# Bildtafel Obst und Gemüse
Diese Bildtafel Obst und Gemüse gibt einen Überblick über mehr als 890 Obst- und Gemüse- sowie Salatsorten, über 120 Bohnen, Samen und Nüsse sowie mehr als 165 Gewürze und Kräuter, die weltweit angebaut, geerntet oder gesammelt, verarbeitet und konsumiert werden.
Anhand der Fotos der Bildtafel ist eine einfache Identifizierung möglich, insbesondere wenn die Bezeichnung nicht bekannt ist.

## Hinweise
- Oft gibt es zwei oder noch mehr Bezeichnungen für eine Frucht oder ein Gemüse, die teilweise auch nur in bestimmten Gegenden gebräuchlich sind. In dieser Bildtafel wird die allgemein gängigste Bezeichnung verwendet, da sonst die alphabetische Sortierung eine Mehrfacheinordnung notwendig machen würde. Weitere Benennungen findet man im jeweils verlinkten Artikel.
- Die Zuordnung zu Obst, Gemüse, Beeren, Salaten und Nüssen erfolgt in der Bildtafel nicht immer im streng botanischen Sinne, sondern auch auf der Basis von hauswirtschaftlichen Zuordnungen und der Verwendung in Haushalt und Küche. Die Auflistung erhebt also keinerlei Anspruch auf biologische Korrektheit. Die wissenschaftlich exakte Einordnung – sofern unstrittig – ist dem jeweils verlinkten Artikel zu entnehmen.
  - Zur Zuordnung allgemein siehe Frucht (Botanik)
  - Zur Abgrenzung der Begriffe Obst und Gemüse siehe Obst #Begriffsklärung.
  - Zur Definition des Begriffs Nuss siehe Nussfrucht.

## Obst und Beeren

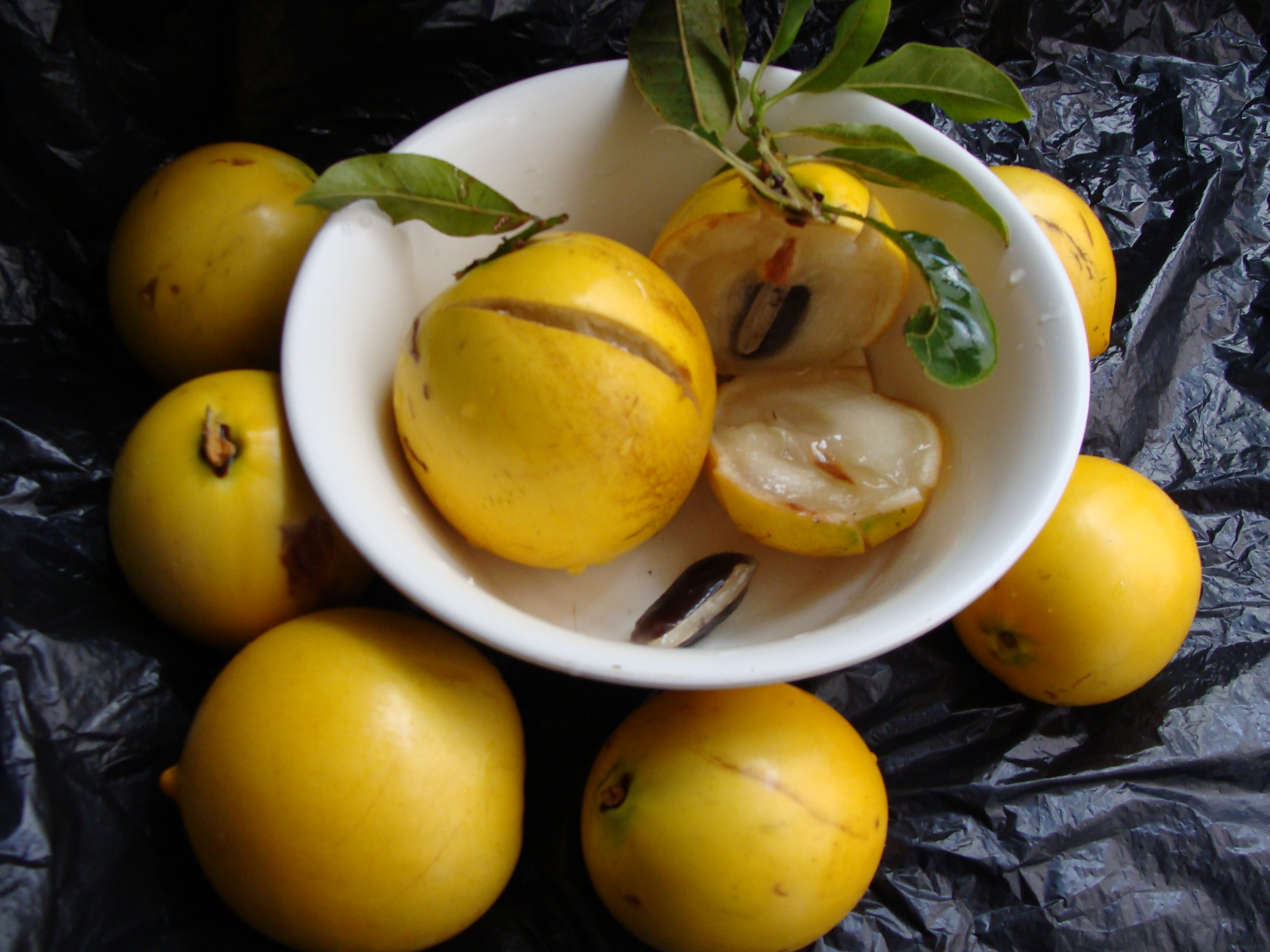
Abiu
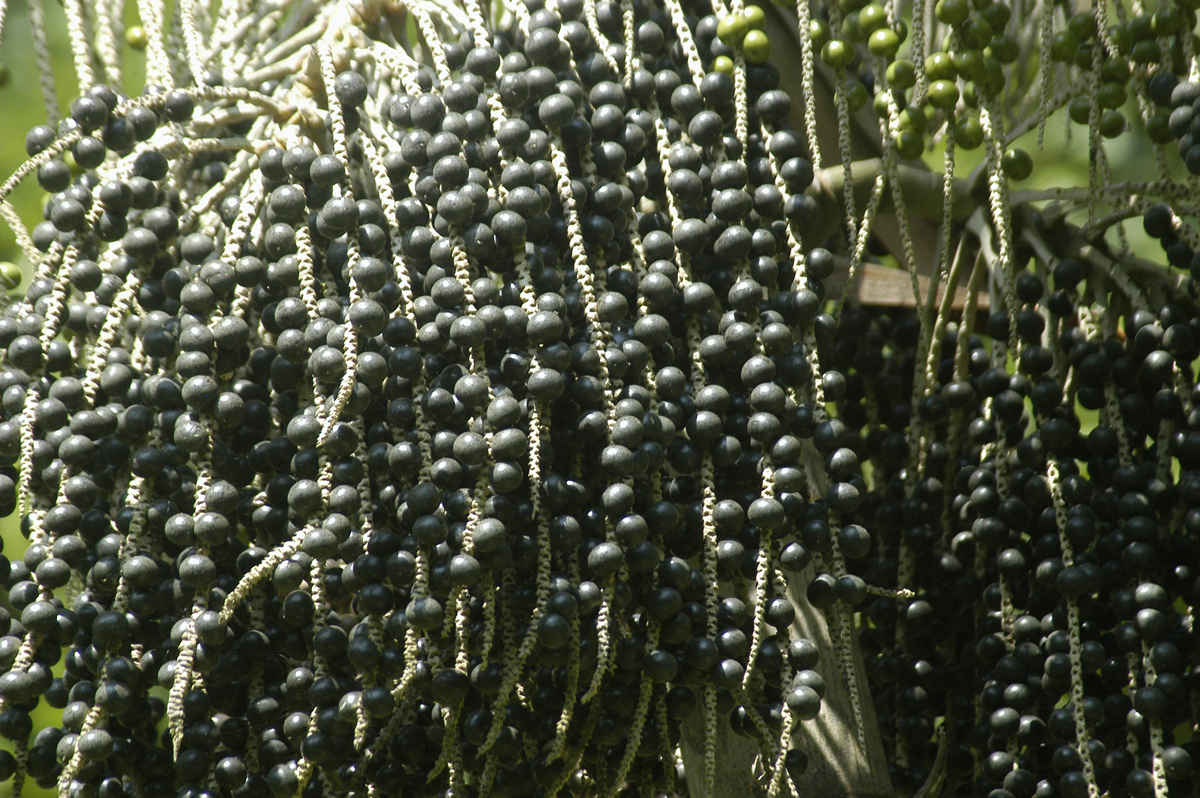
Açaí (Euterpe oleracea; Açaí-do-Pará) (Euterpe precatoria; Açaí-do-Amazonas)
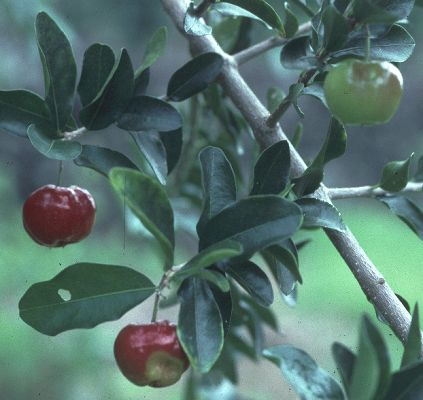
Acerola
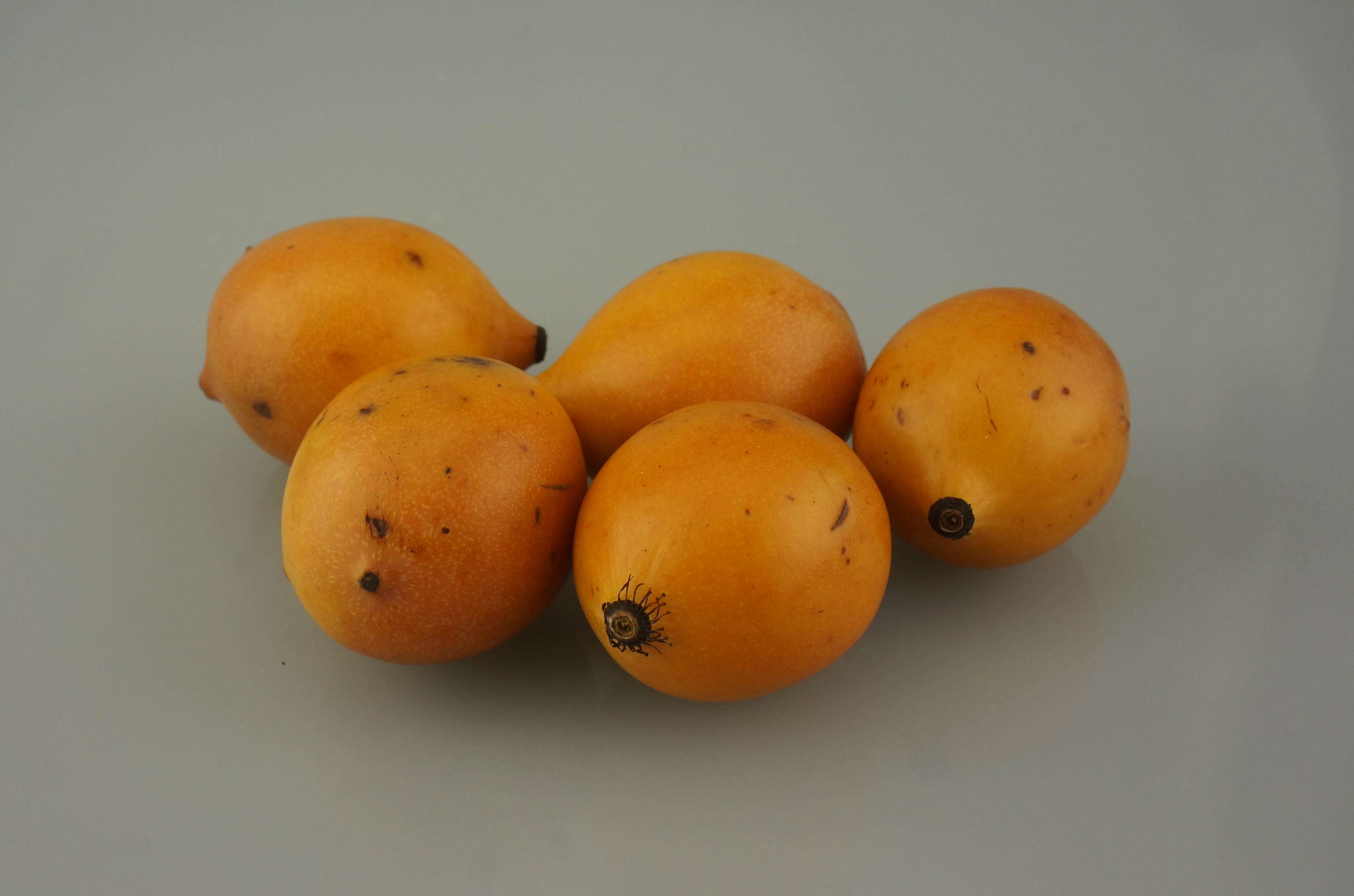
Achacha
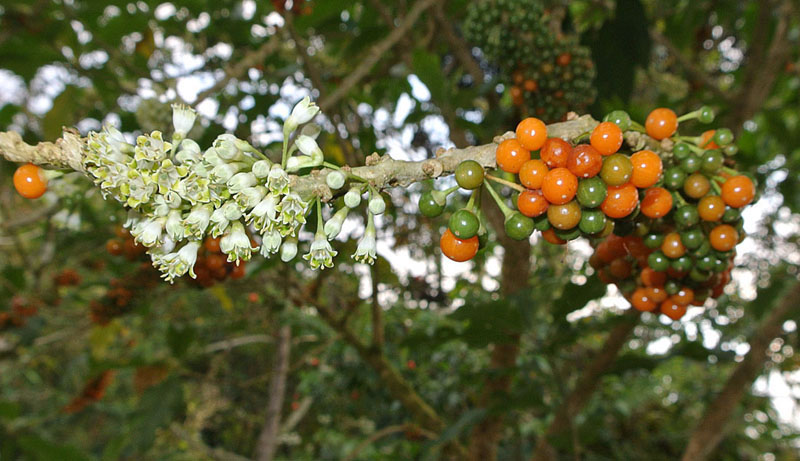
Acnistus arborescens (Syn.: Iochroma arborescens)
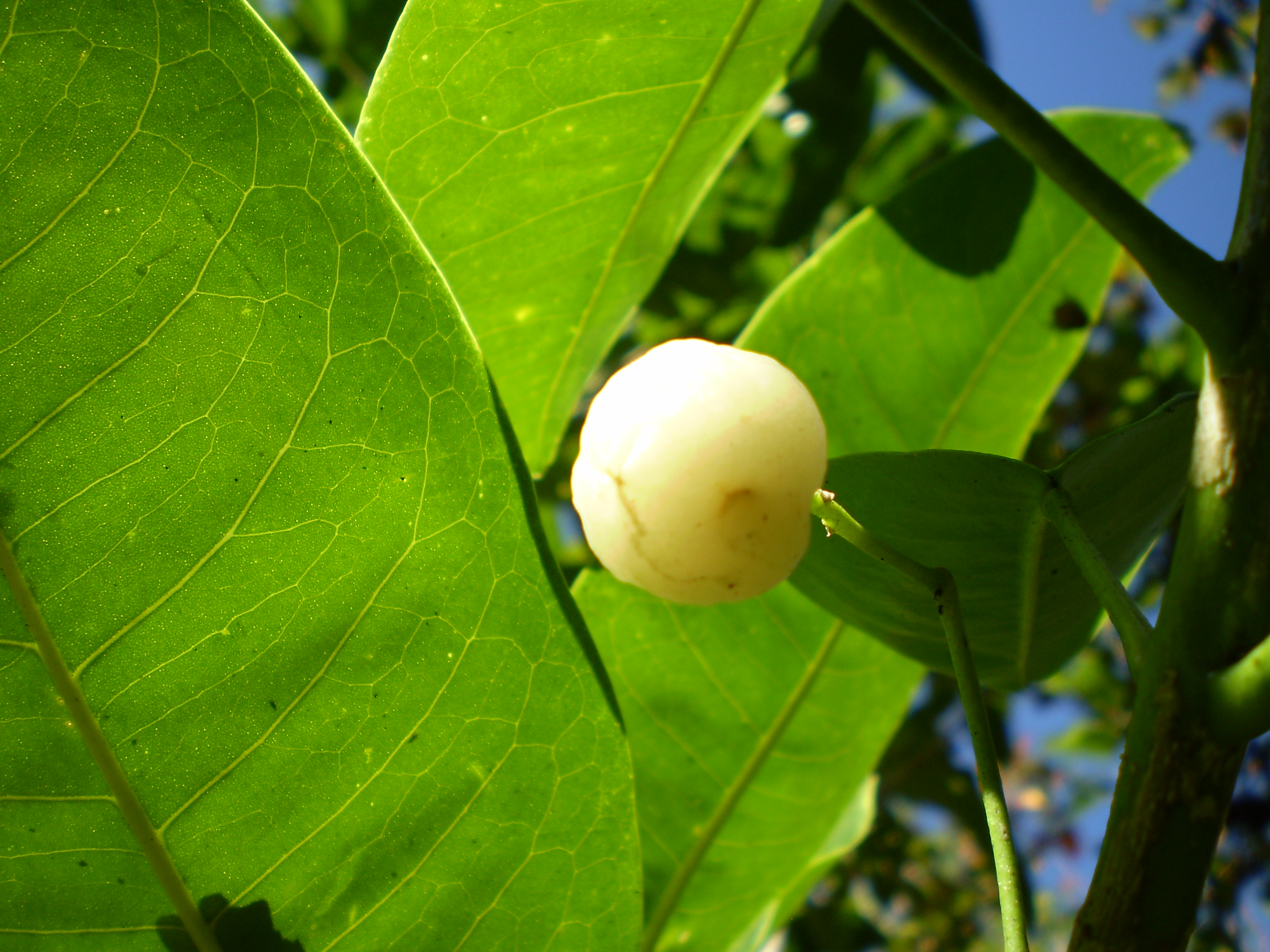
Acronychia acidula (ähnlich aber weiß ist Acronychia oblongifolia)
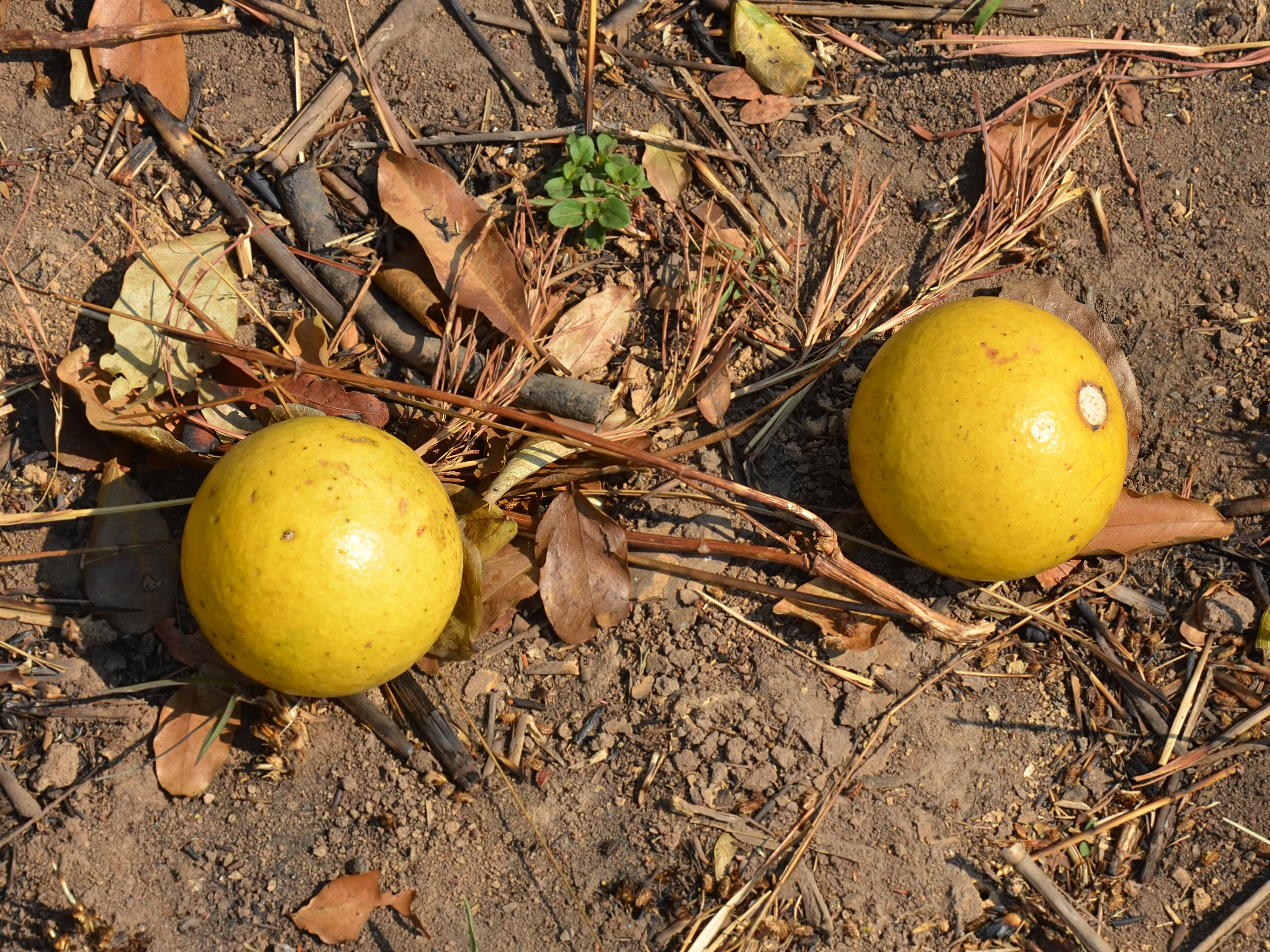
Affenorange, Kaffirorange (Strychnos spinosa, Strychnos cocculoides, Strychnos pungens)
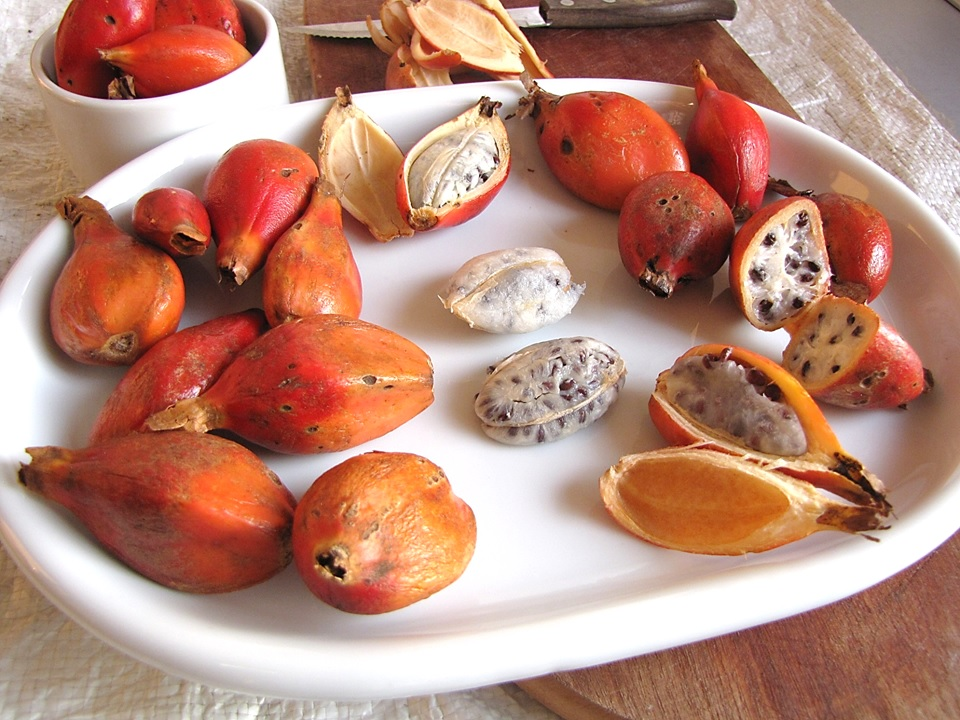
Aframomum alboviolaceum (ähnlich sind Aframomum albiflorum, Aframomum angustifolium, Aframomum mala, Aframomum melegueta, Aframomum corrorima u. a.)
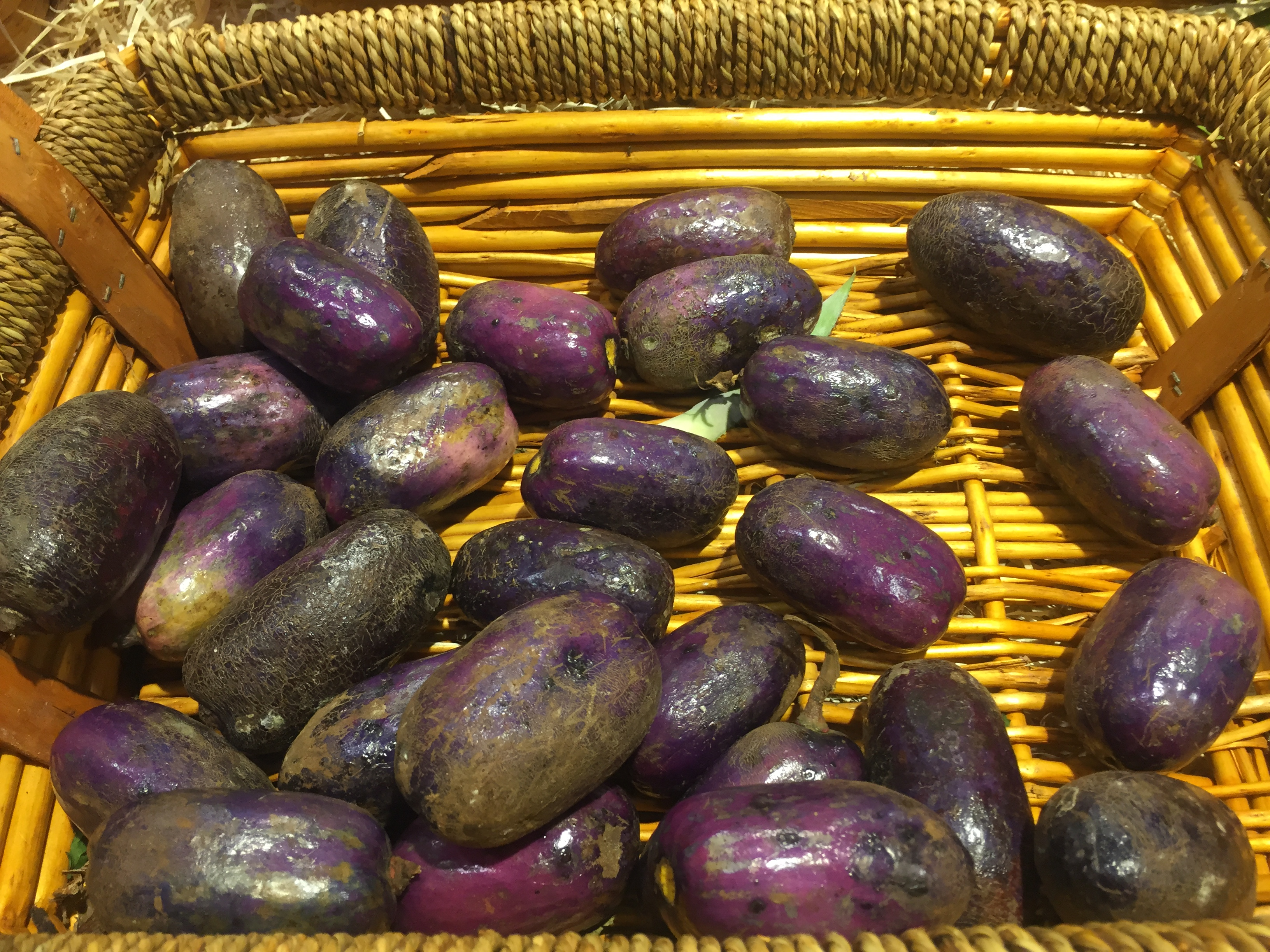
Afrikanische Pflaume
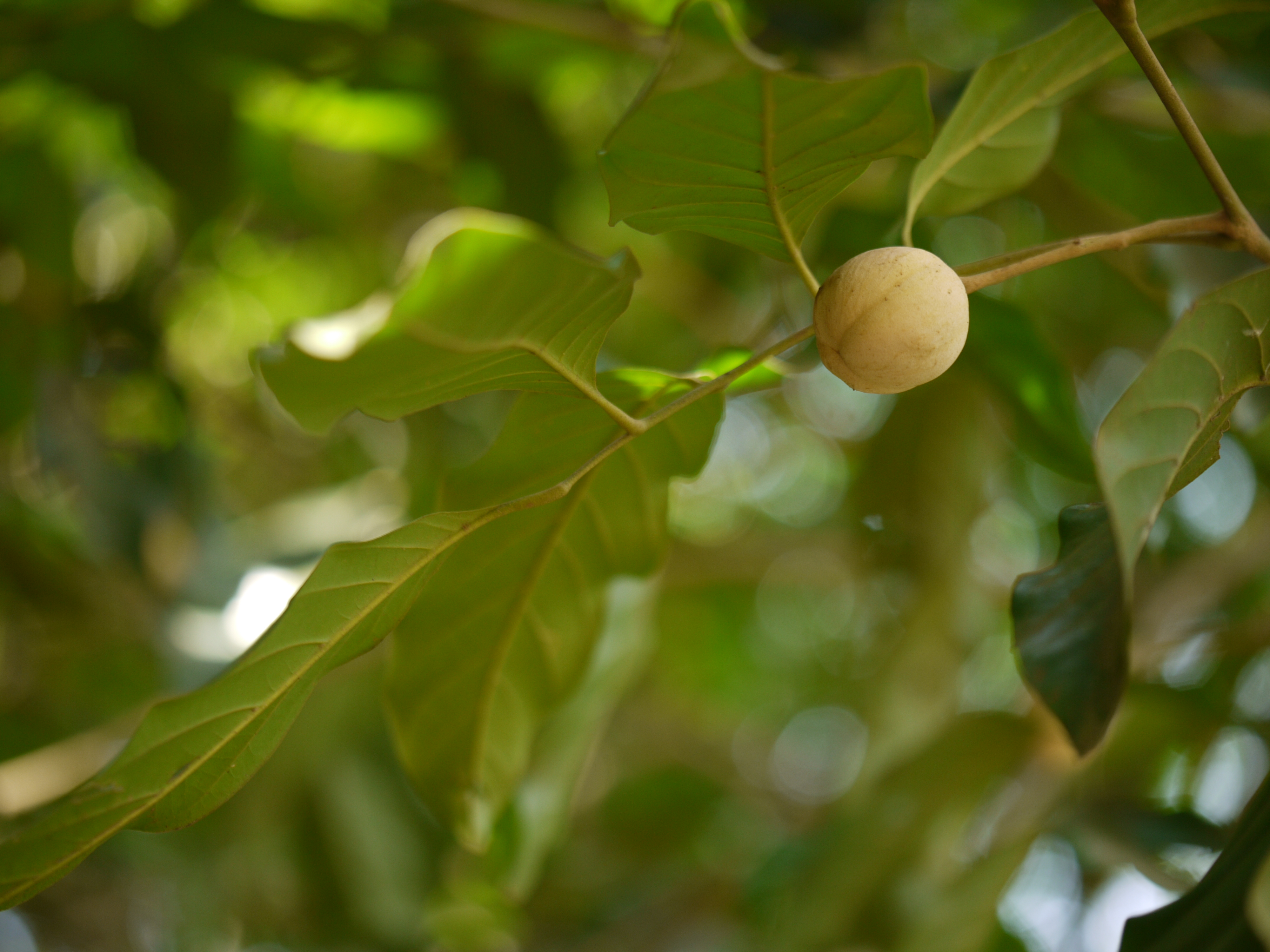
Aglaia lawii (versch. Aglaia-Arten haben ähnliche Früchte)
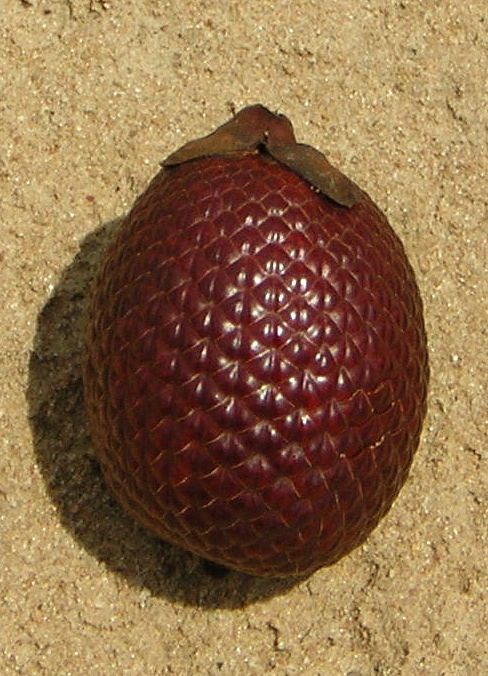
Aguaje (Buriti)
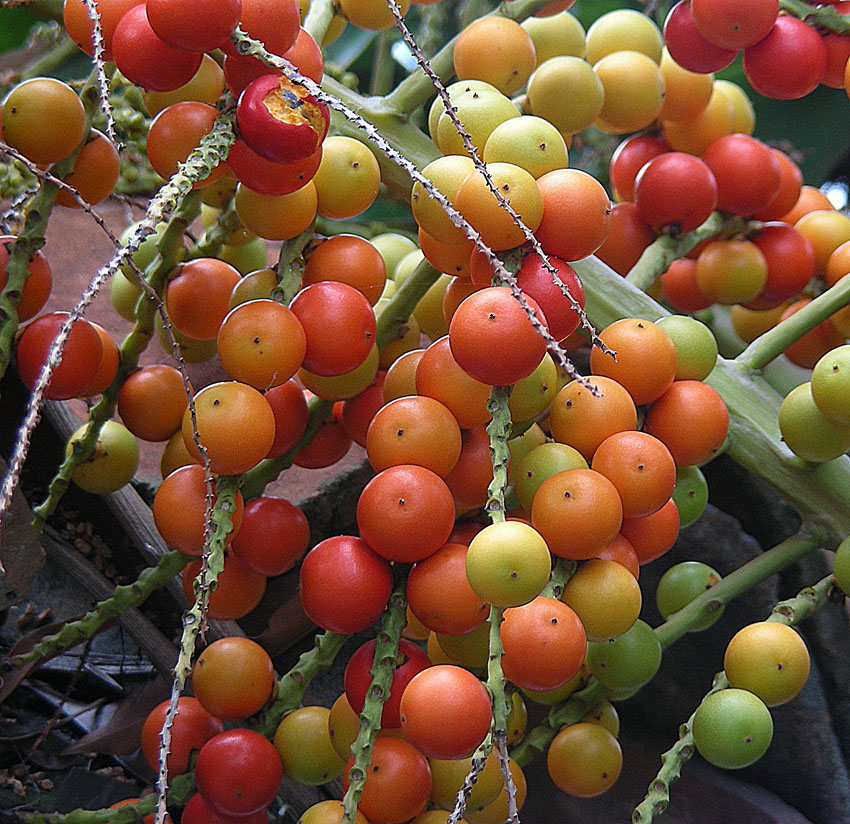
Aiphanes horrida
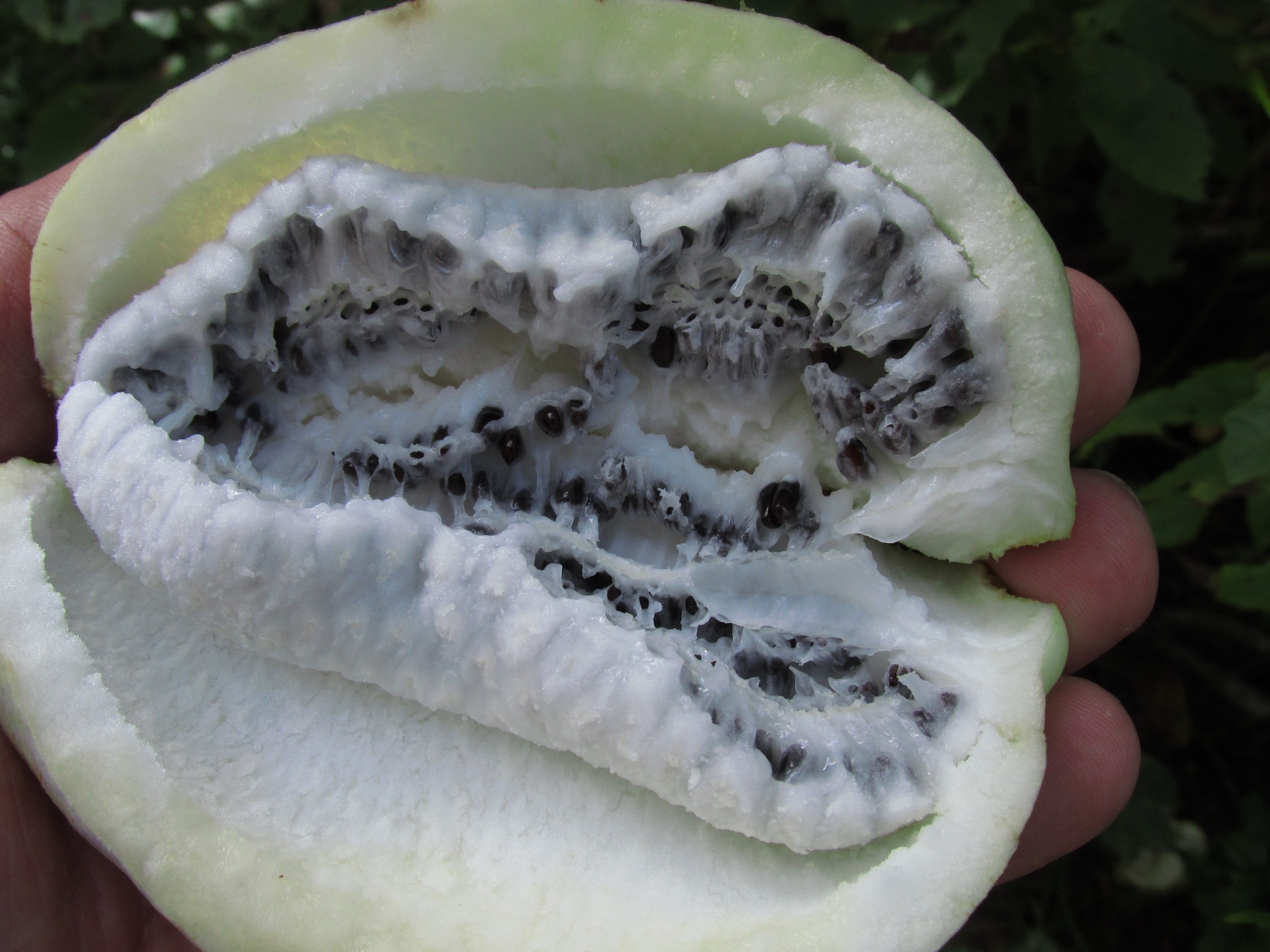
Akebi
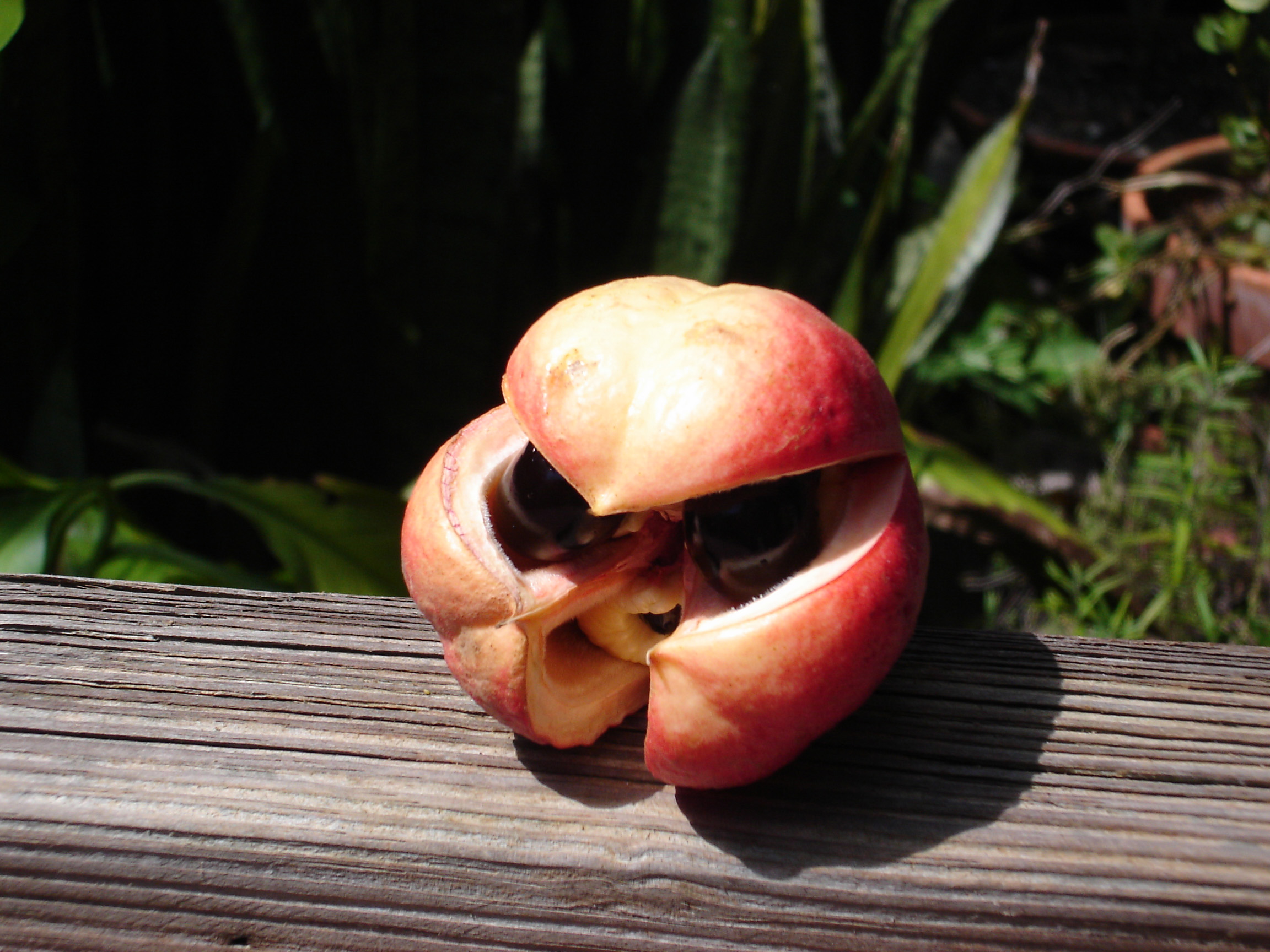
Akee
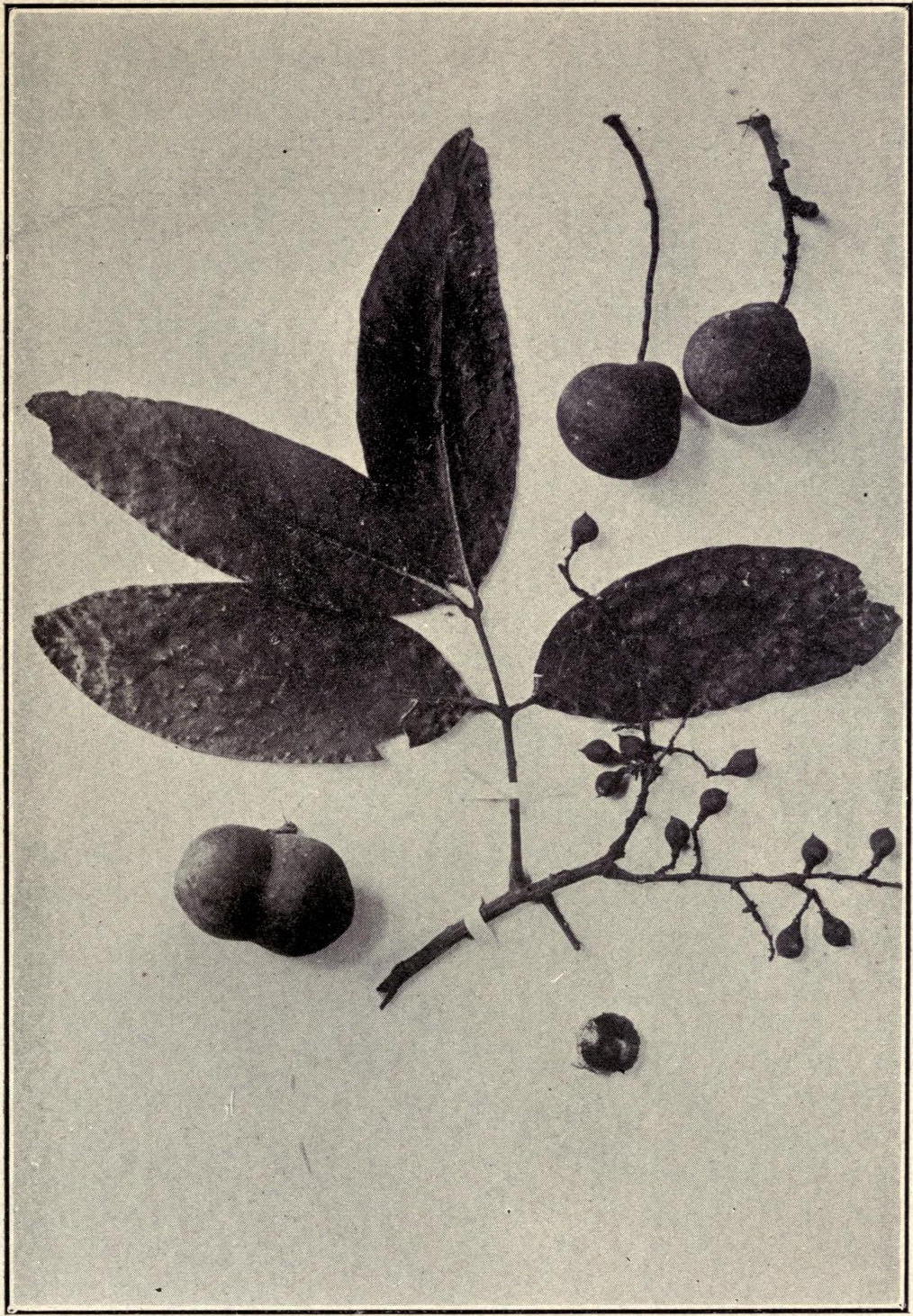
Alectryon macrococcus
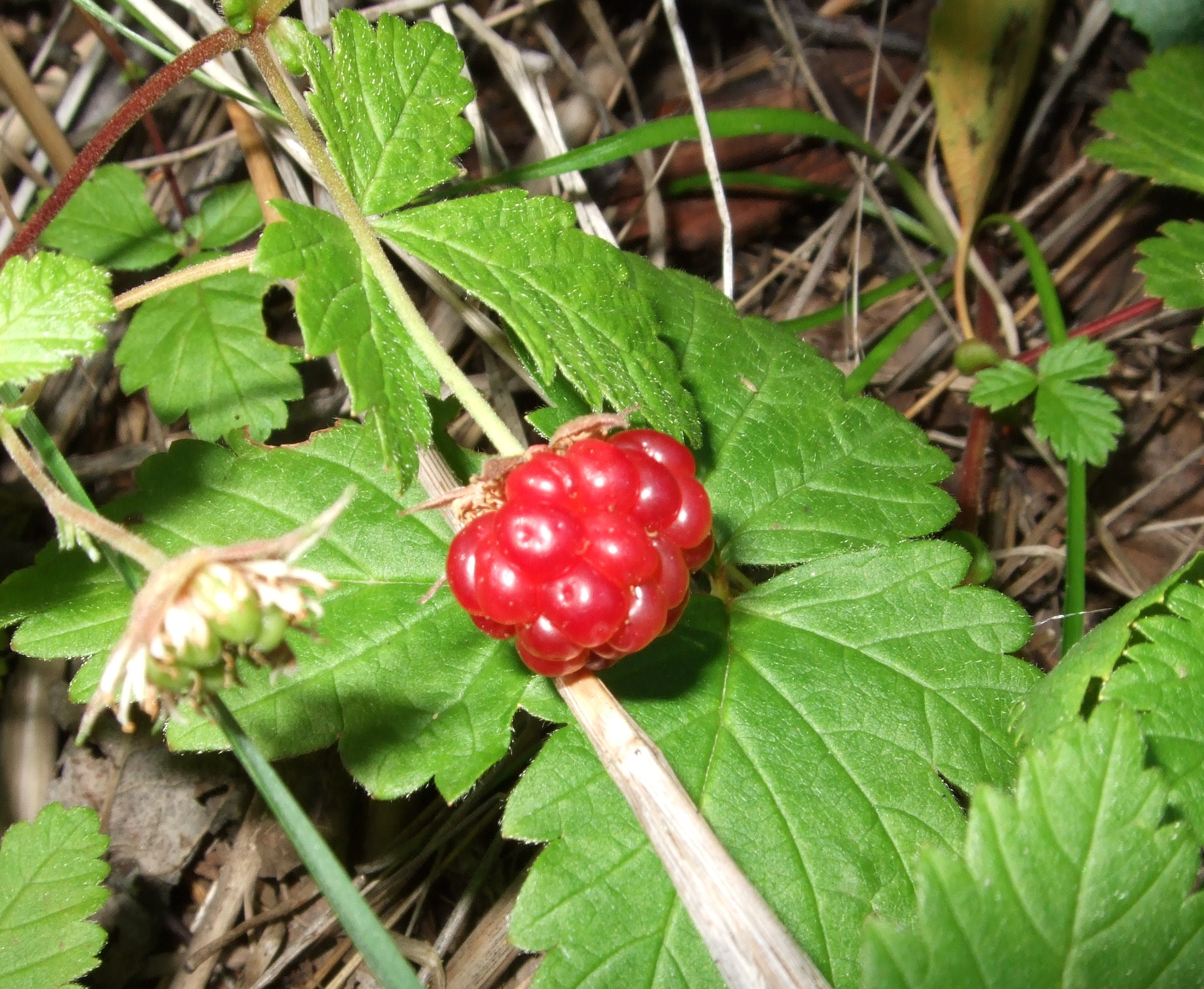
Allackerbeere
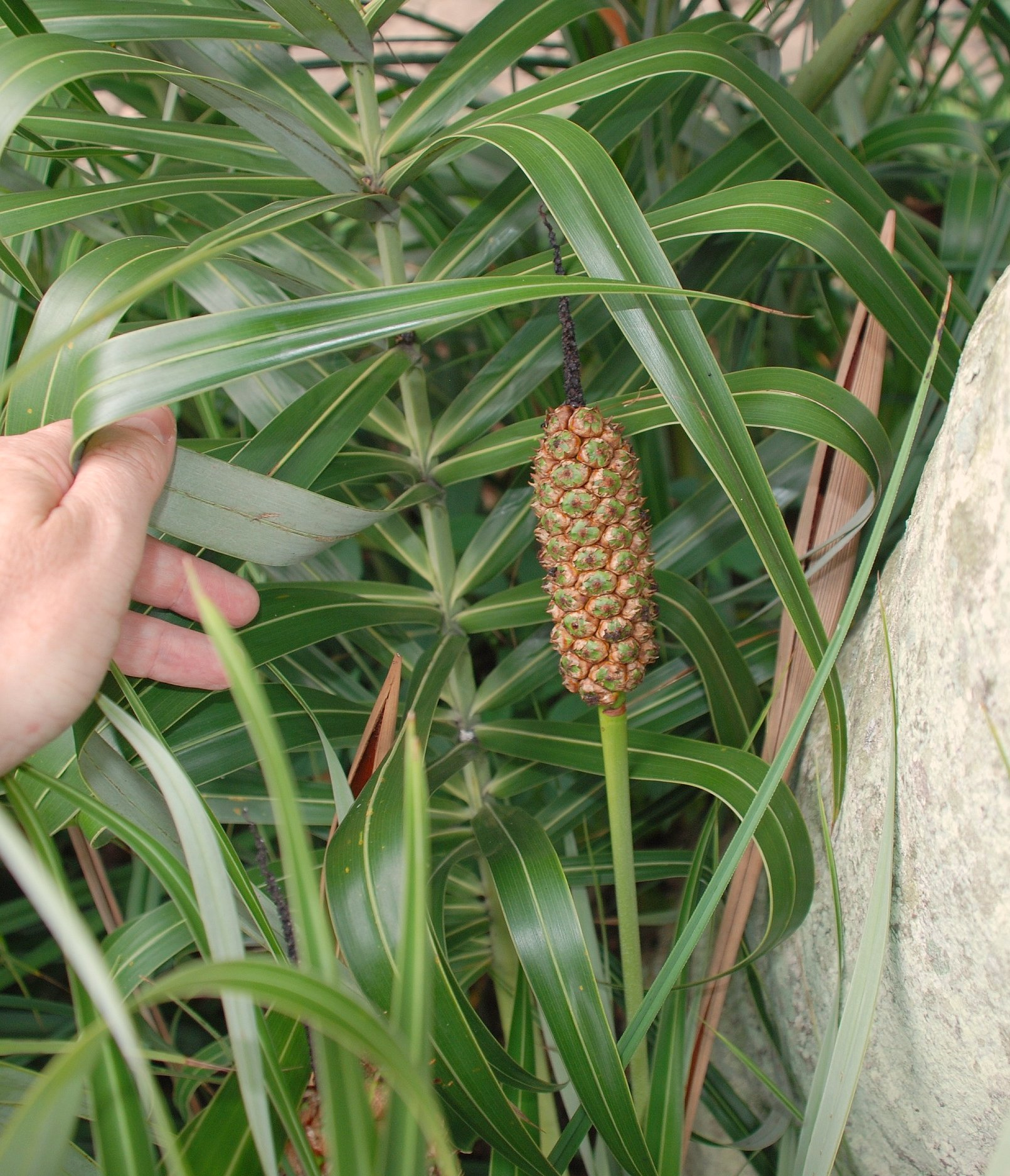
Allagoptera arenaria
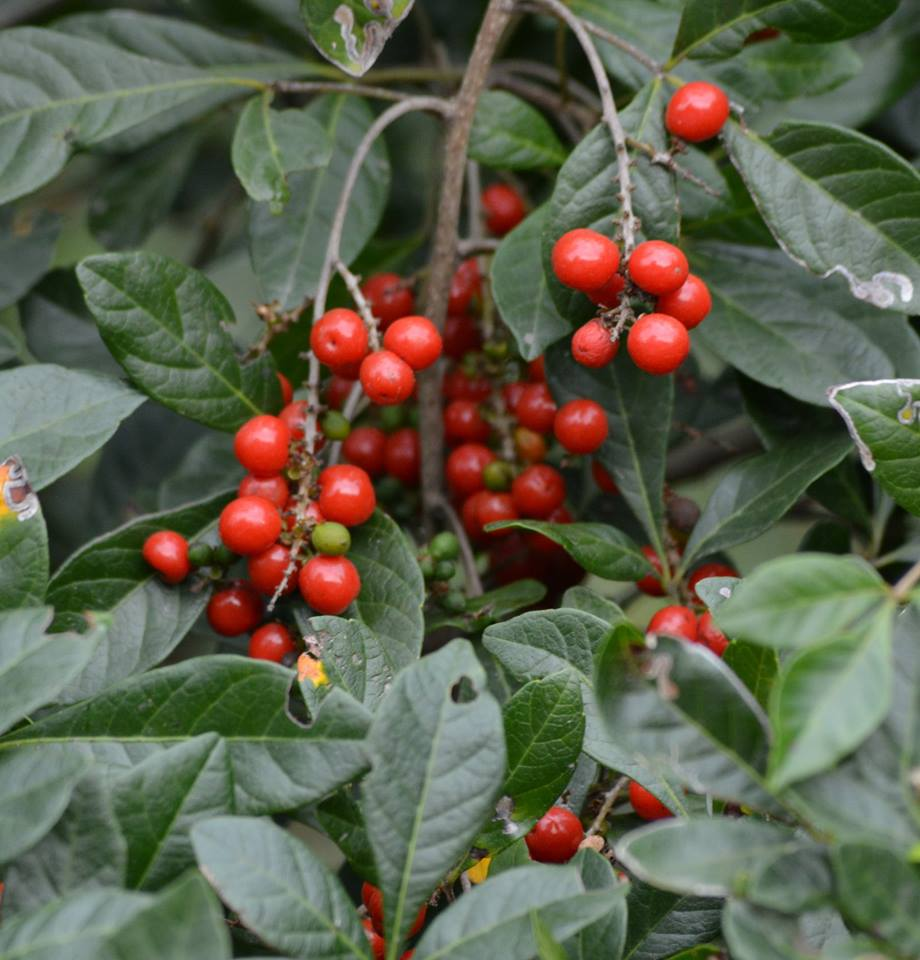
Allophylus cobbe (ähnlich ist Allophylus edulis) (ähnliches Bild)
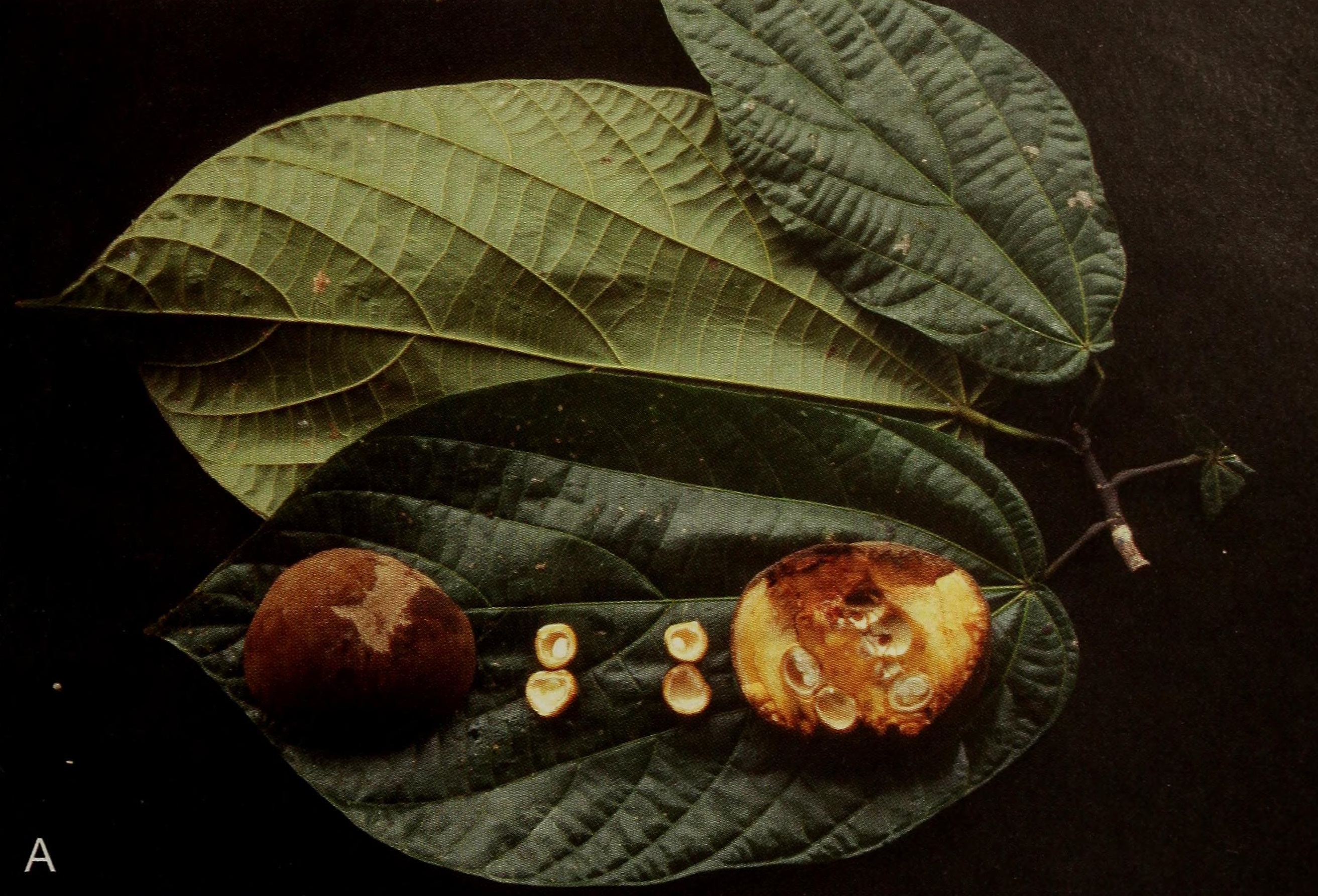
Almirajó oder Mirajó
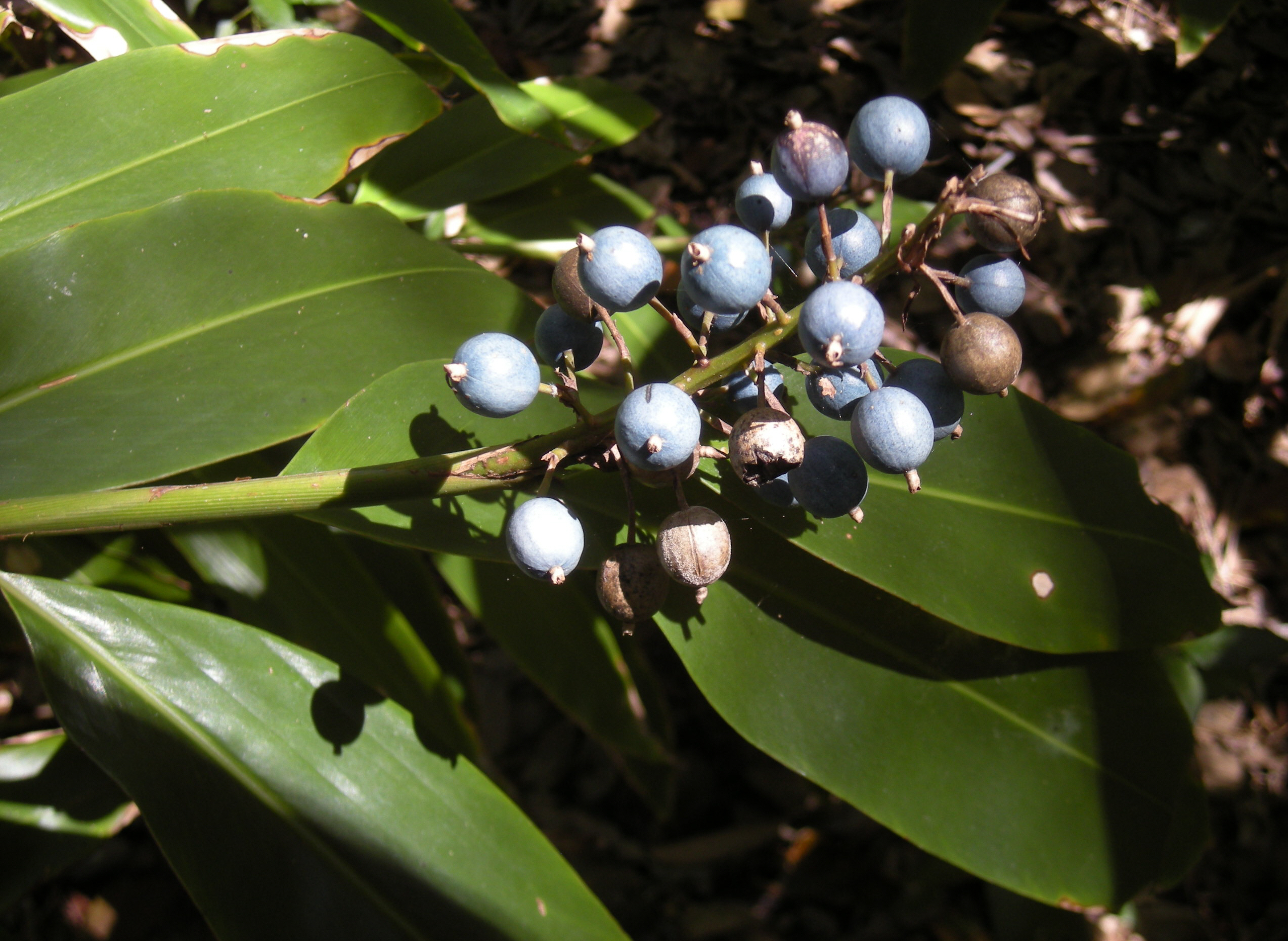
Alpinia caerulea
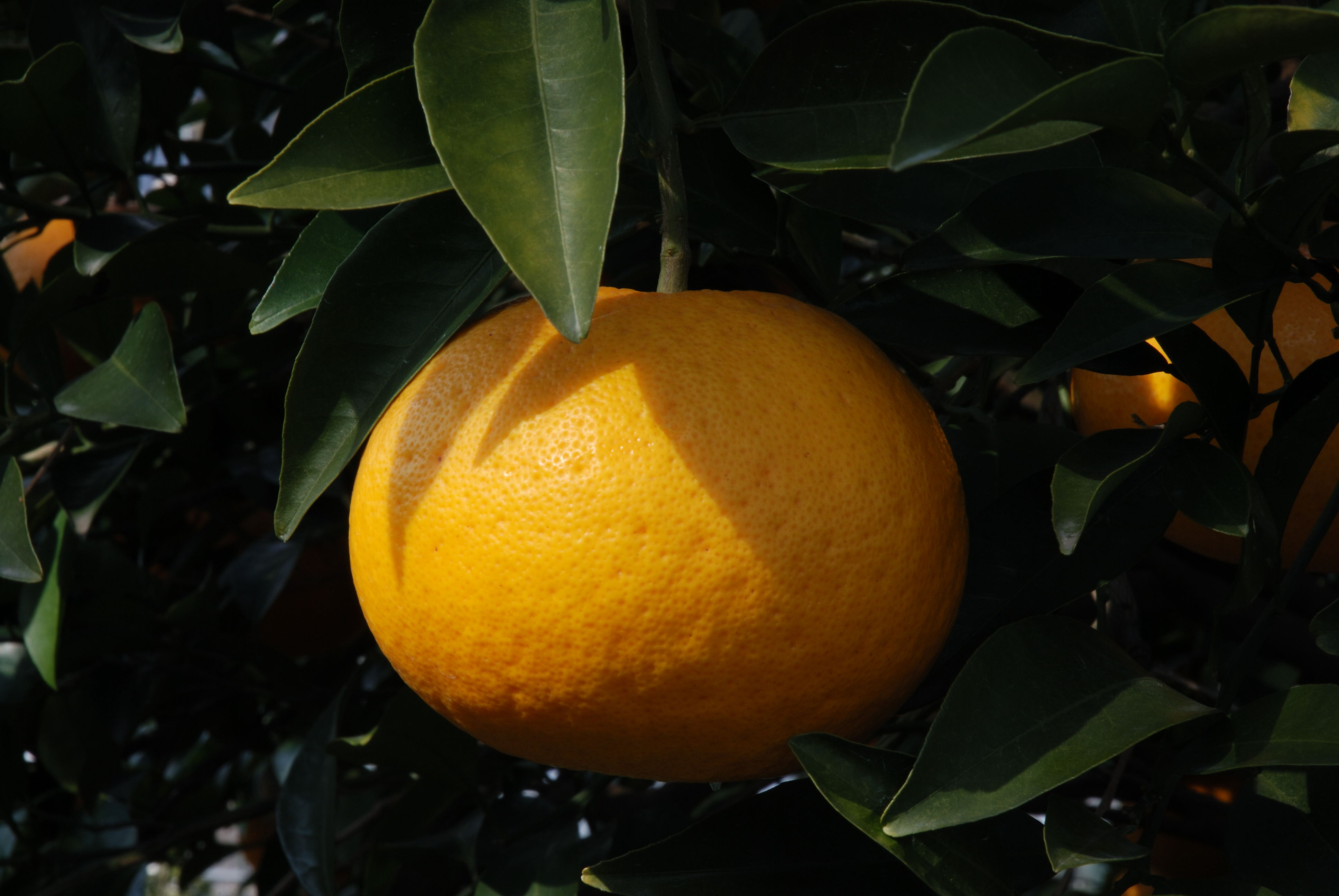
Amanatsu
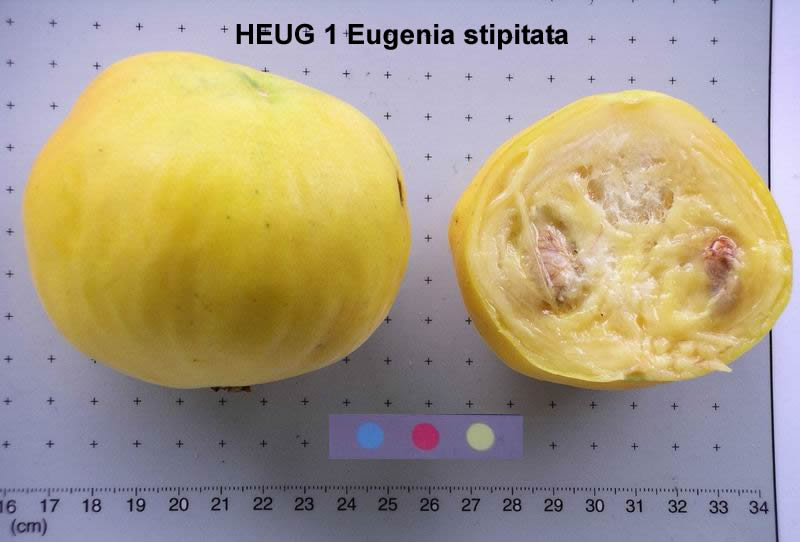
Amazonas Guave
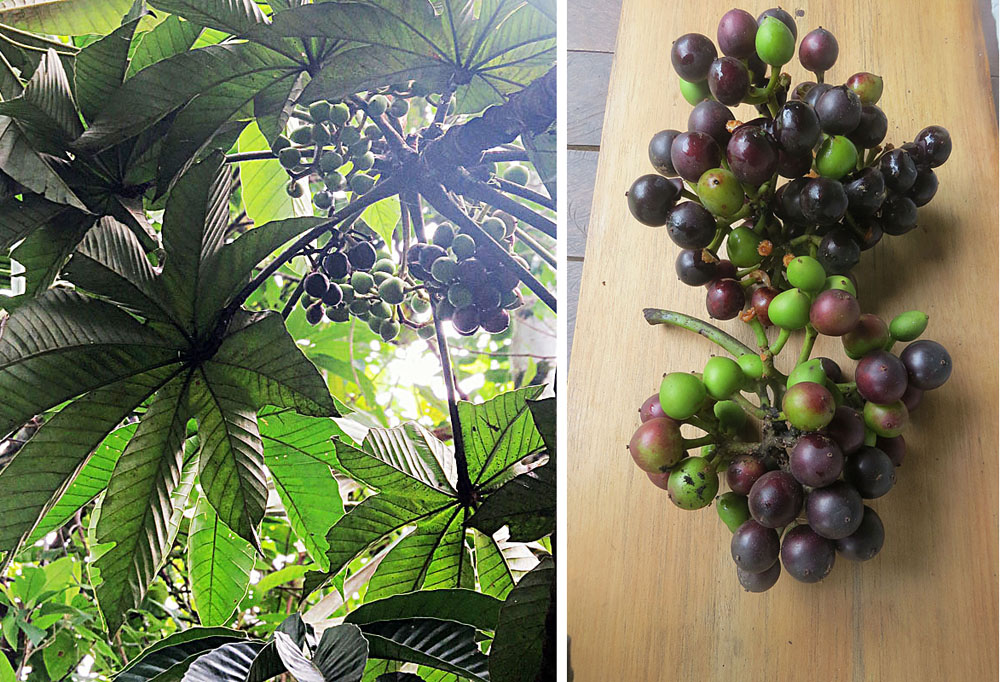
Amazonas Traube
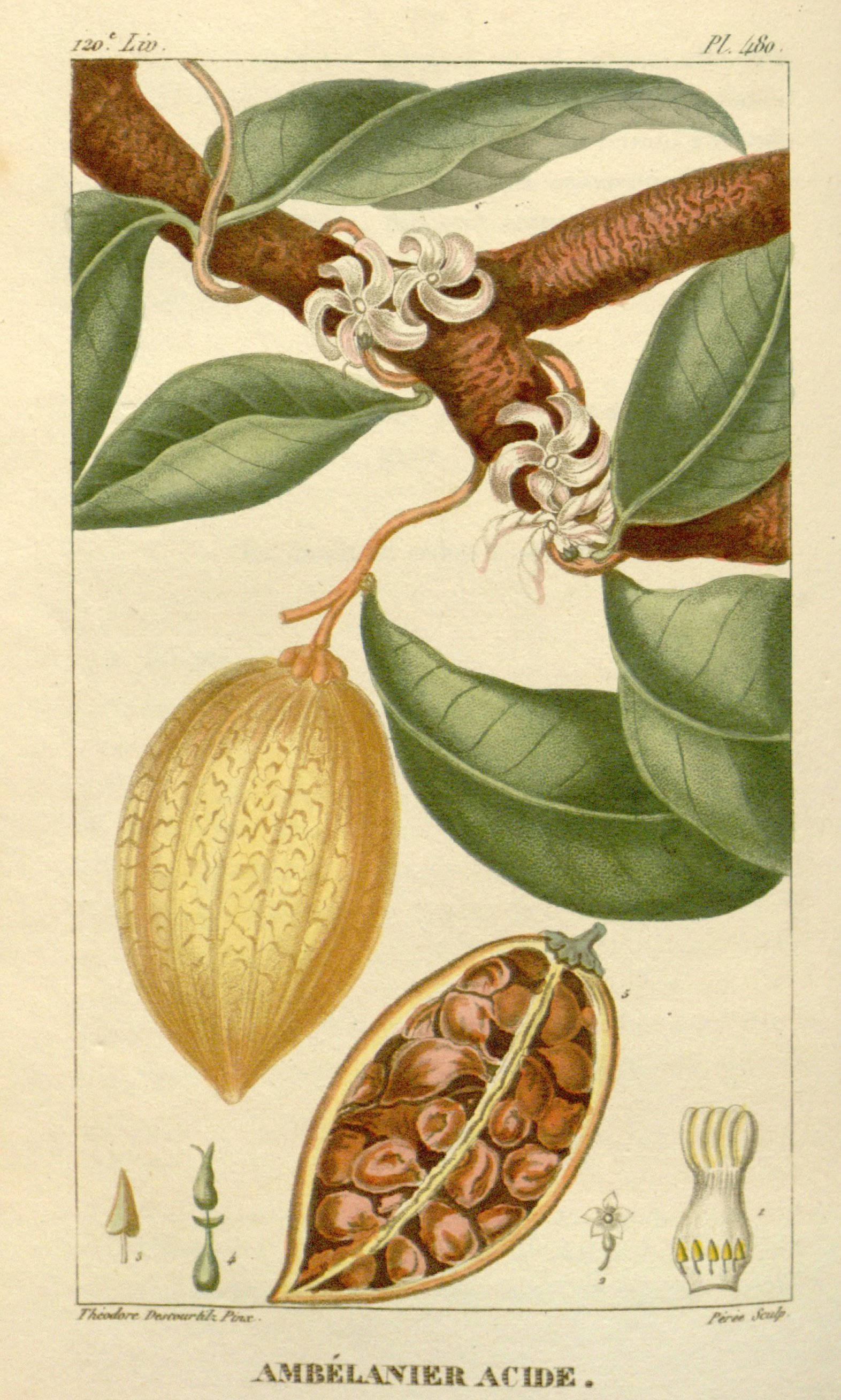
Ambelania acida
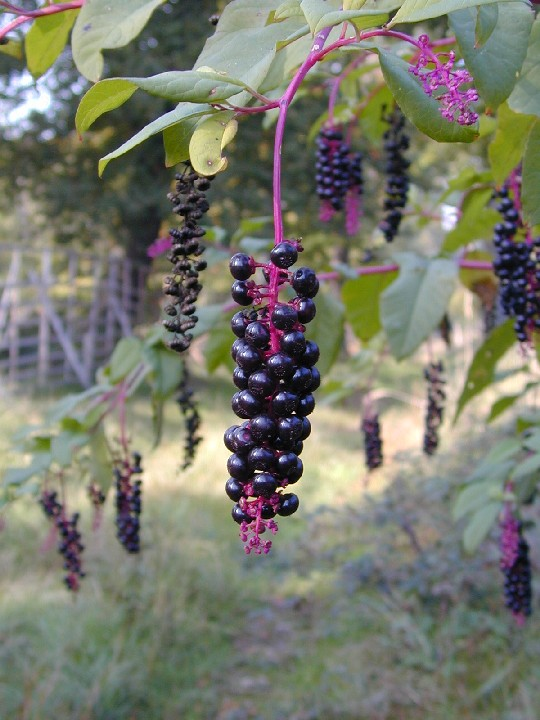
Amerikanische Kermesbeere
Amerikanische Schönfrucht
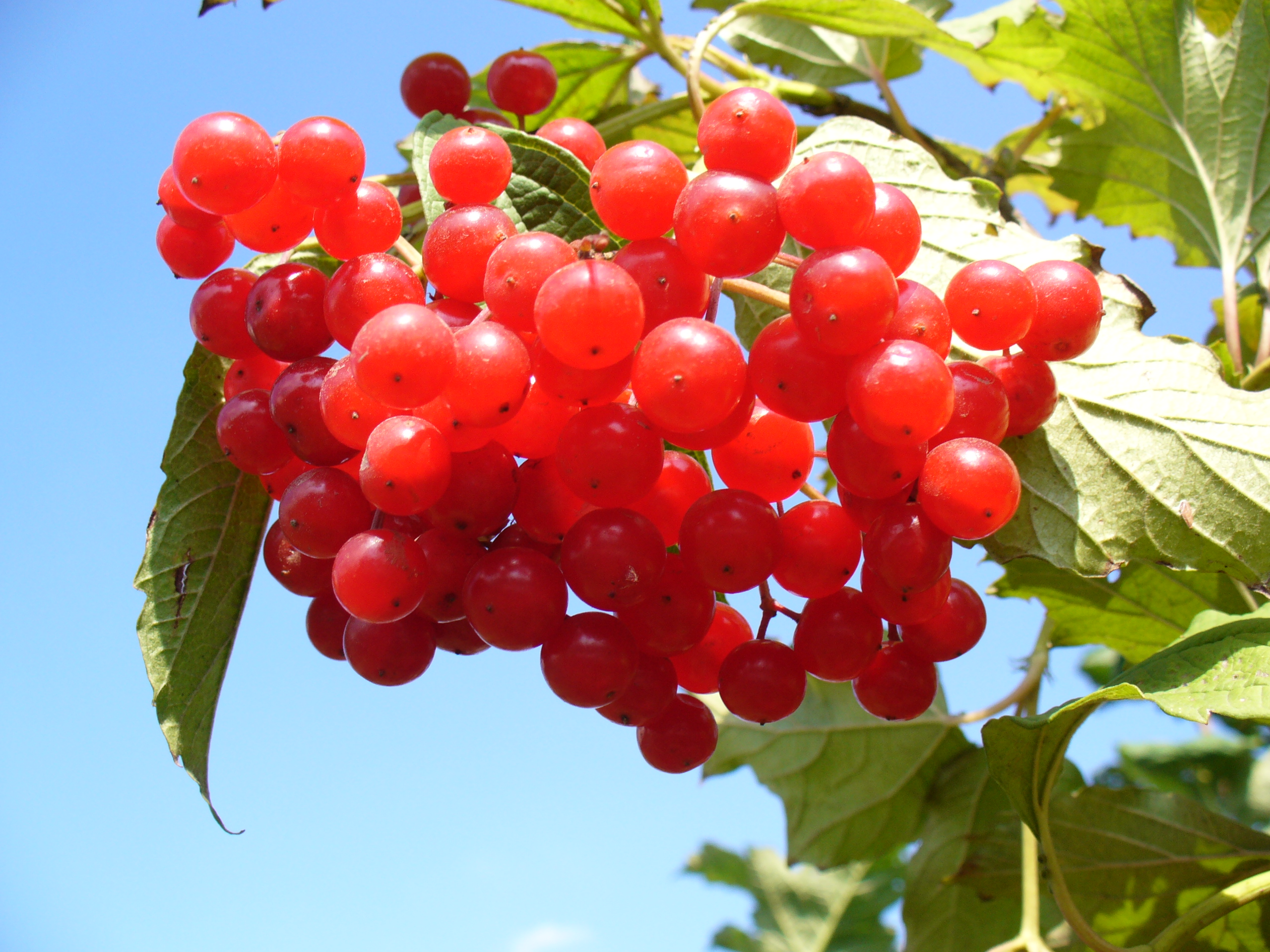
Gewöhnlicher Schneeball, Amerikanischer Schneeball (ähnlich aber schwarz-blau ist Viburnum prunifolium)
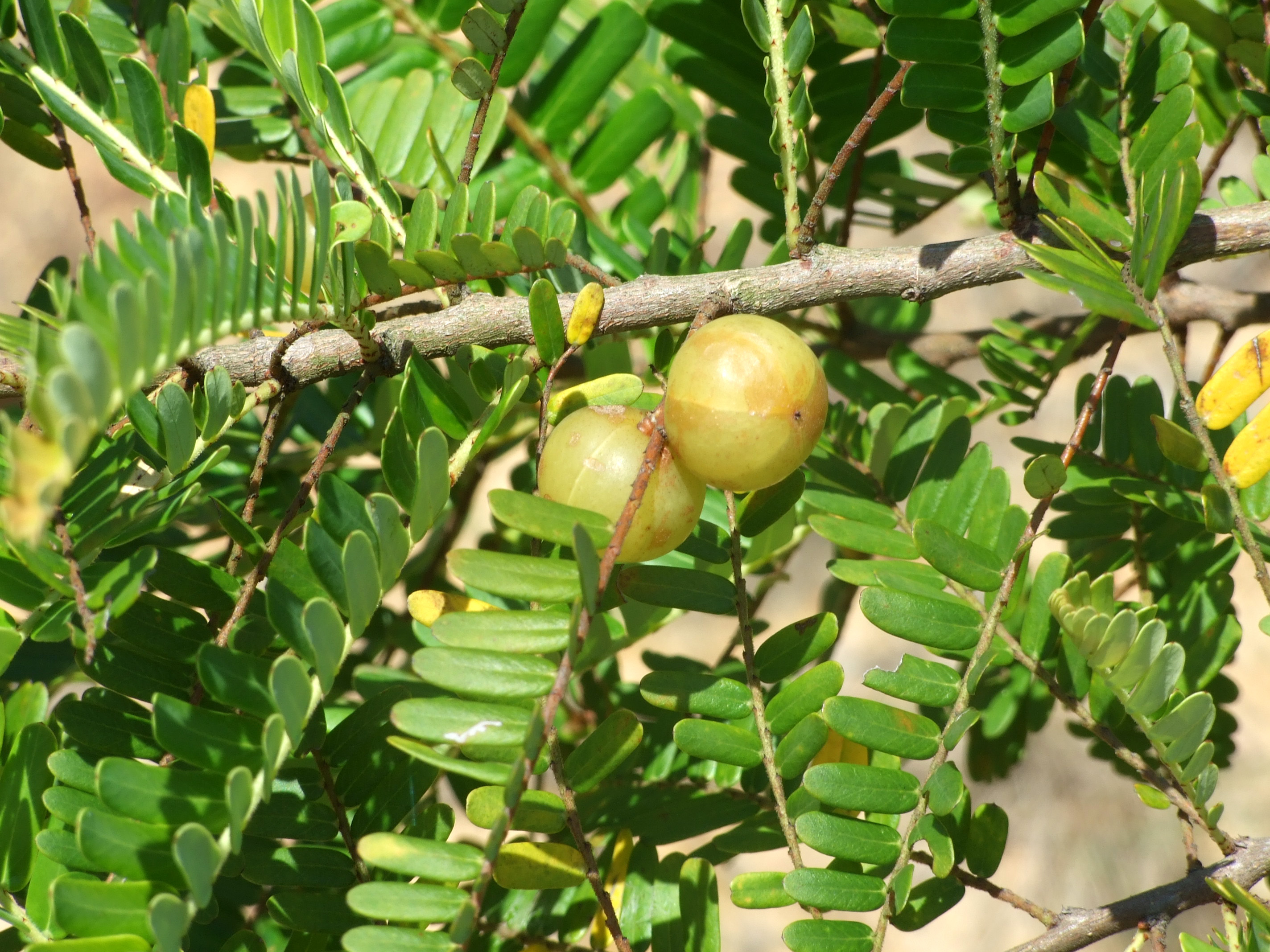
Amla
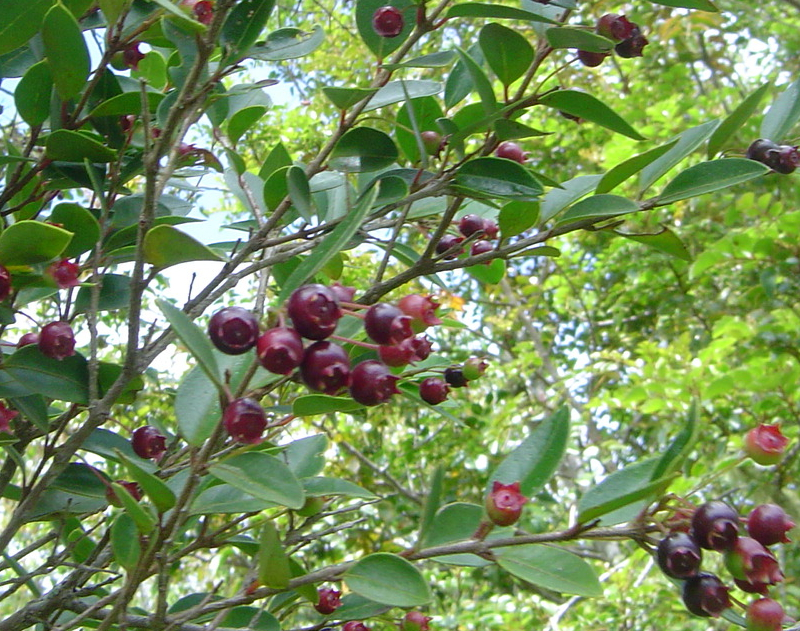
Amomyrtus luma (ähnlich ist Amomyrtus meli)
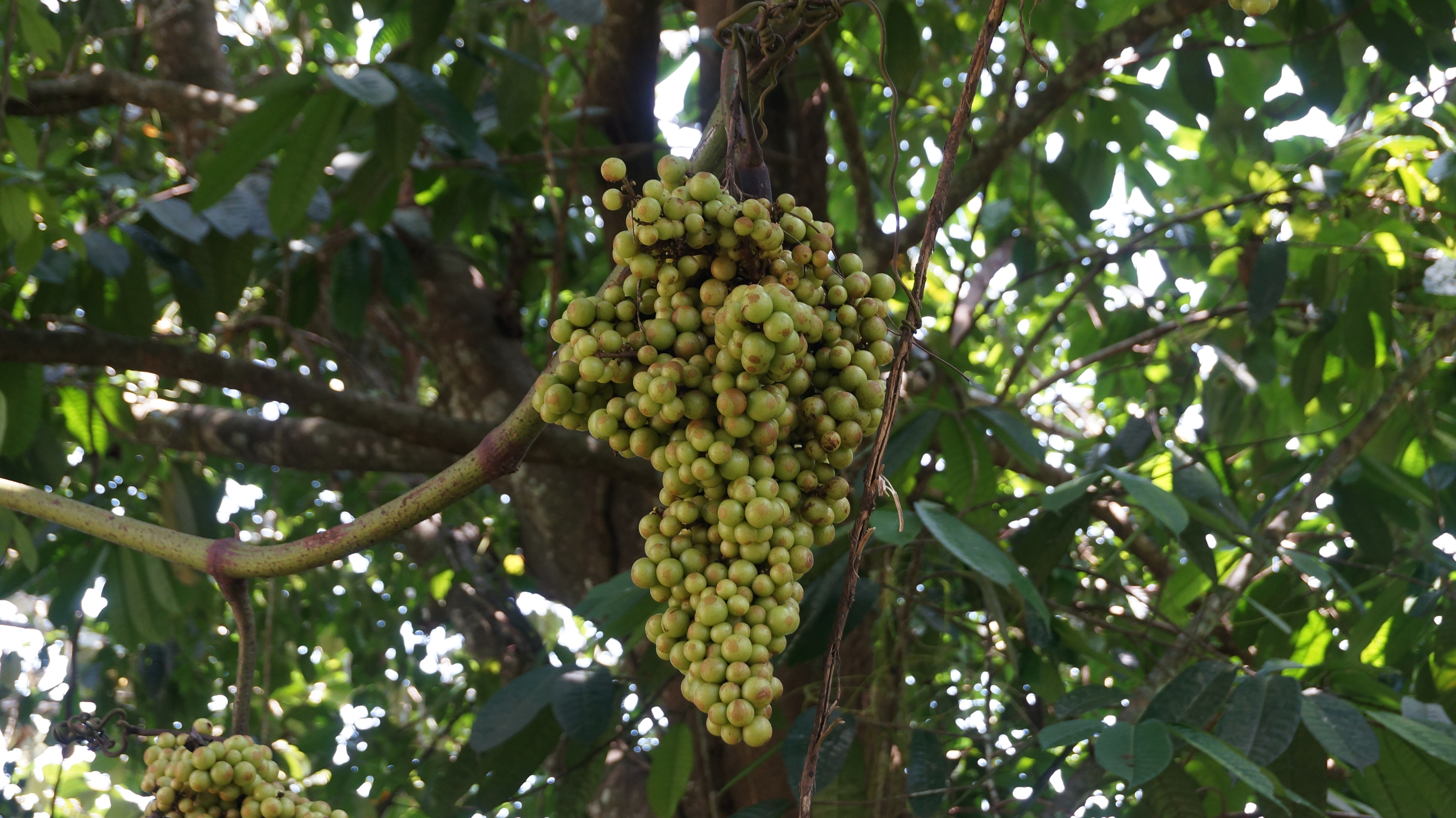
Ampelocissus martini (reif rötlich)
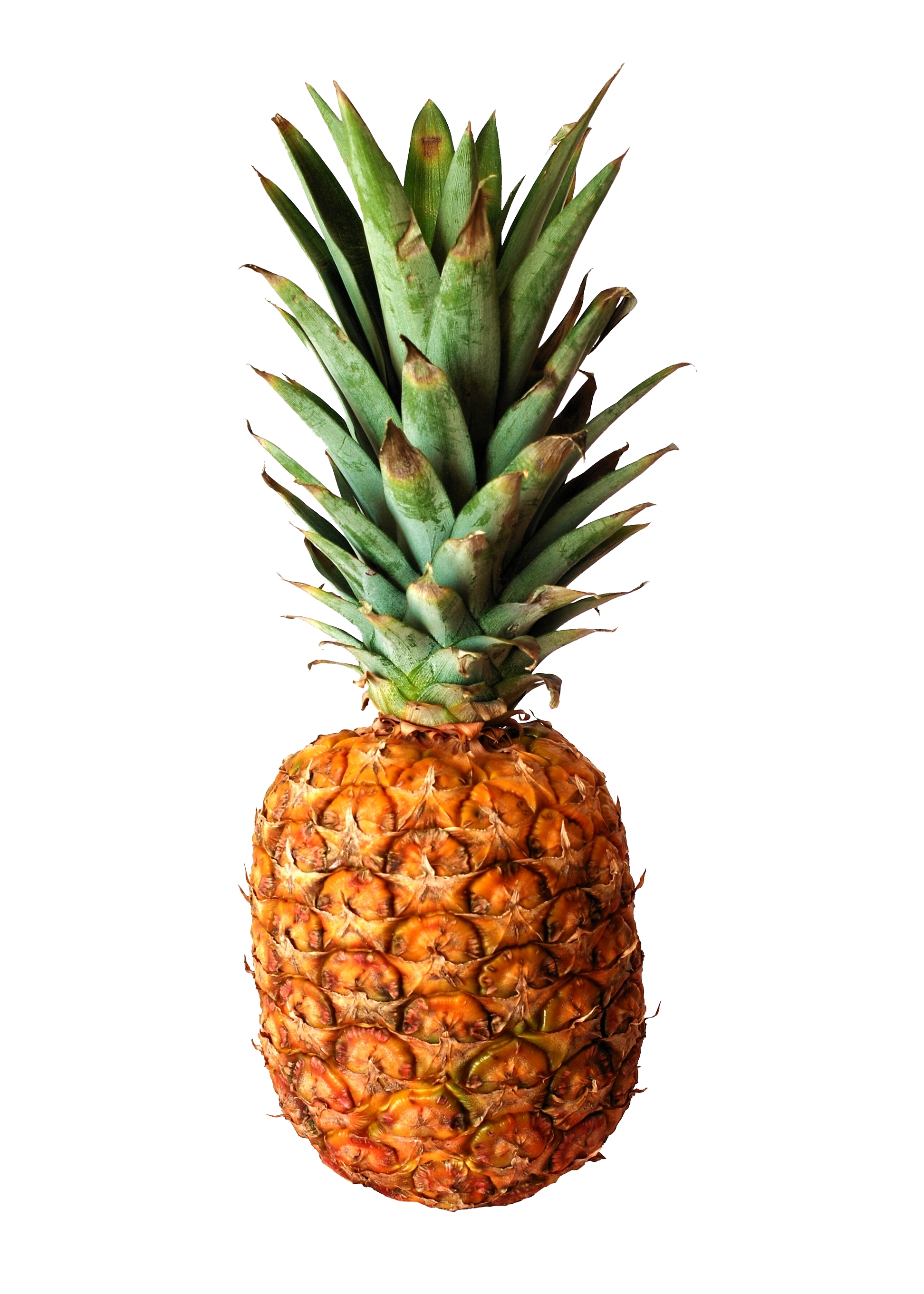
Ananas
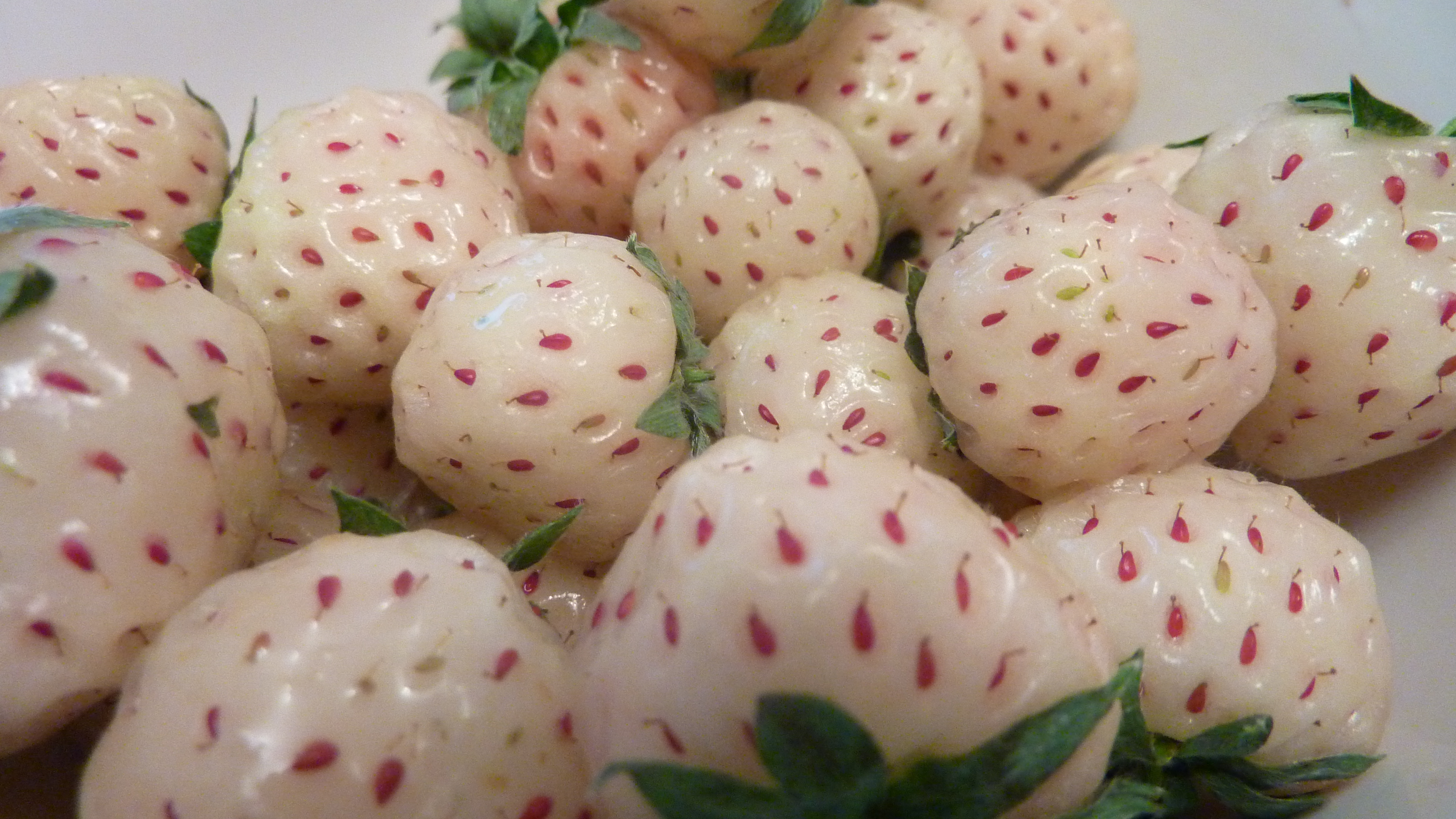
Ananaserdbeere
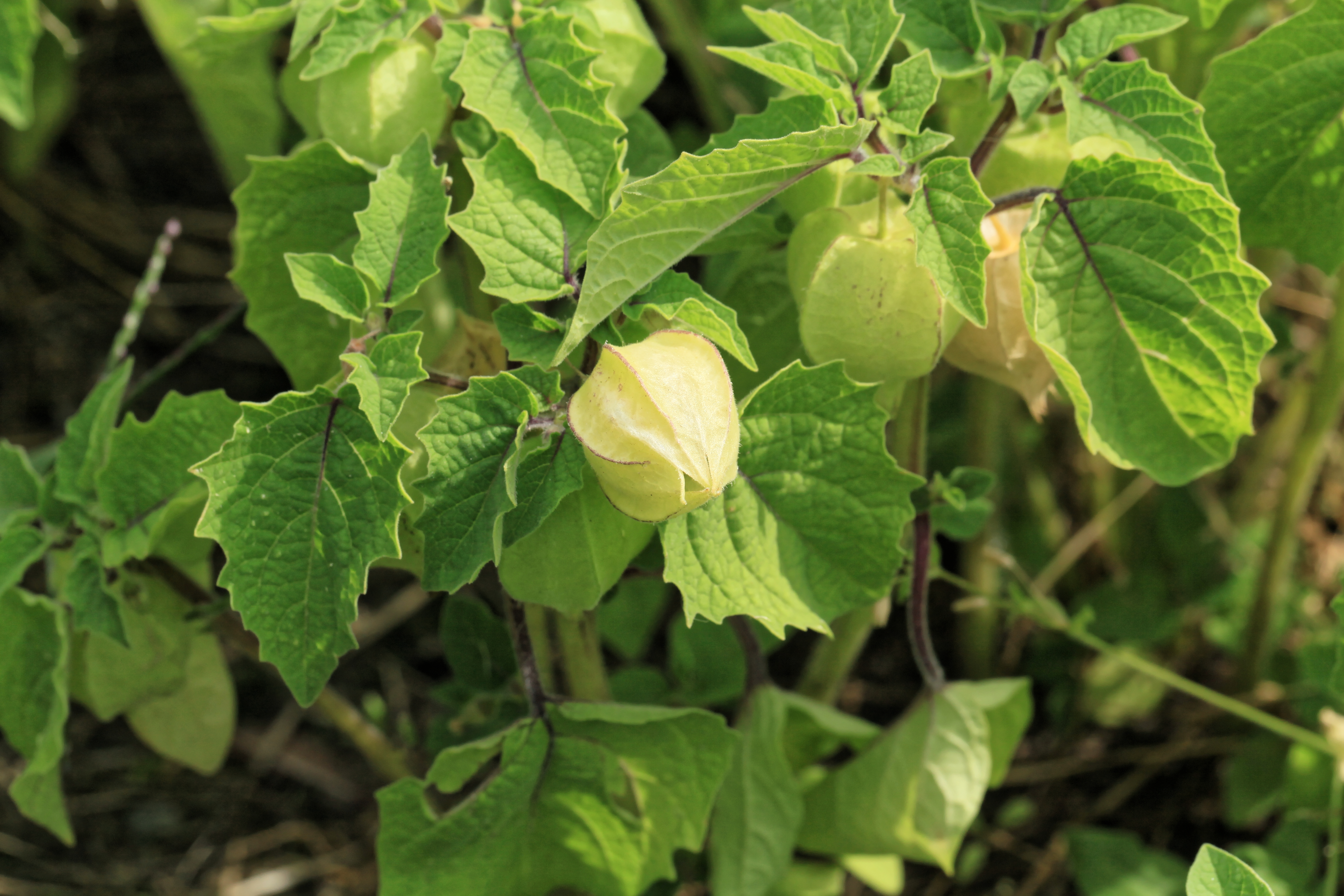
Ananaskirsche (auch für Physalis grisea)
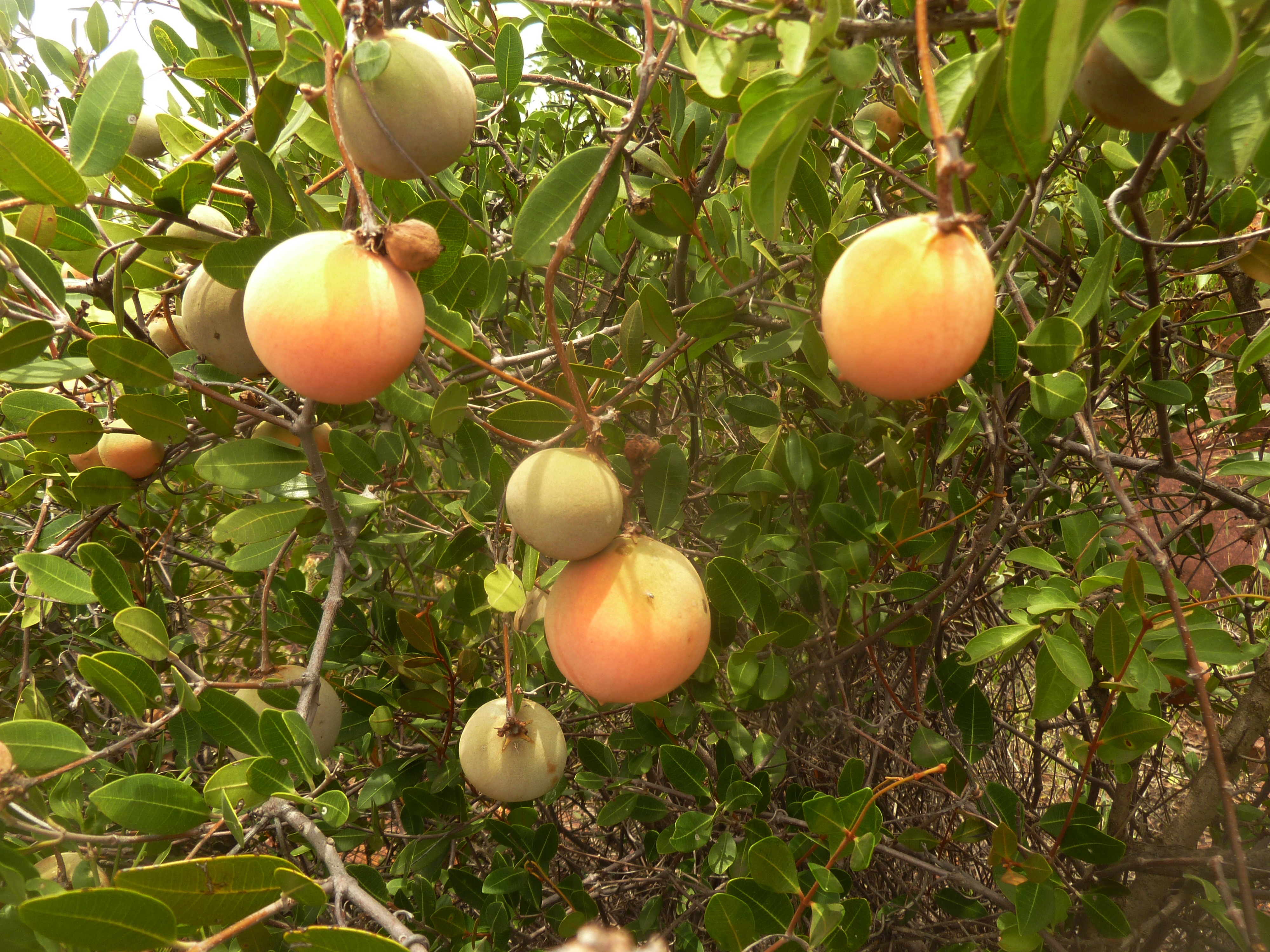
Ancylobothrys capensis
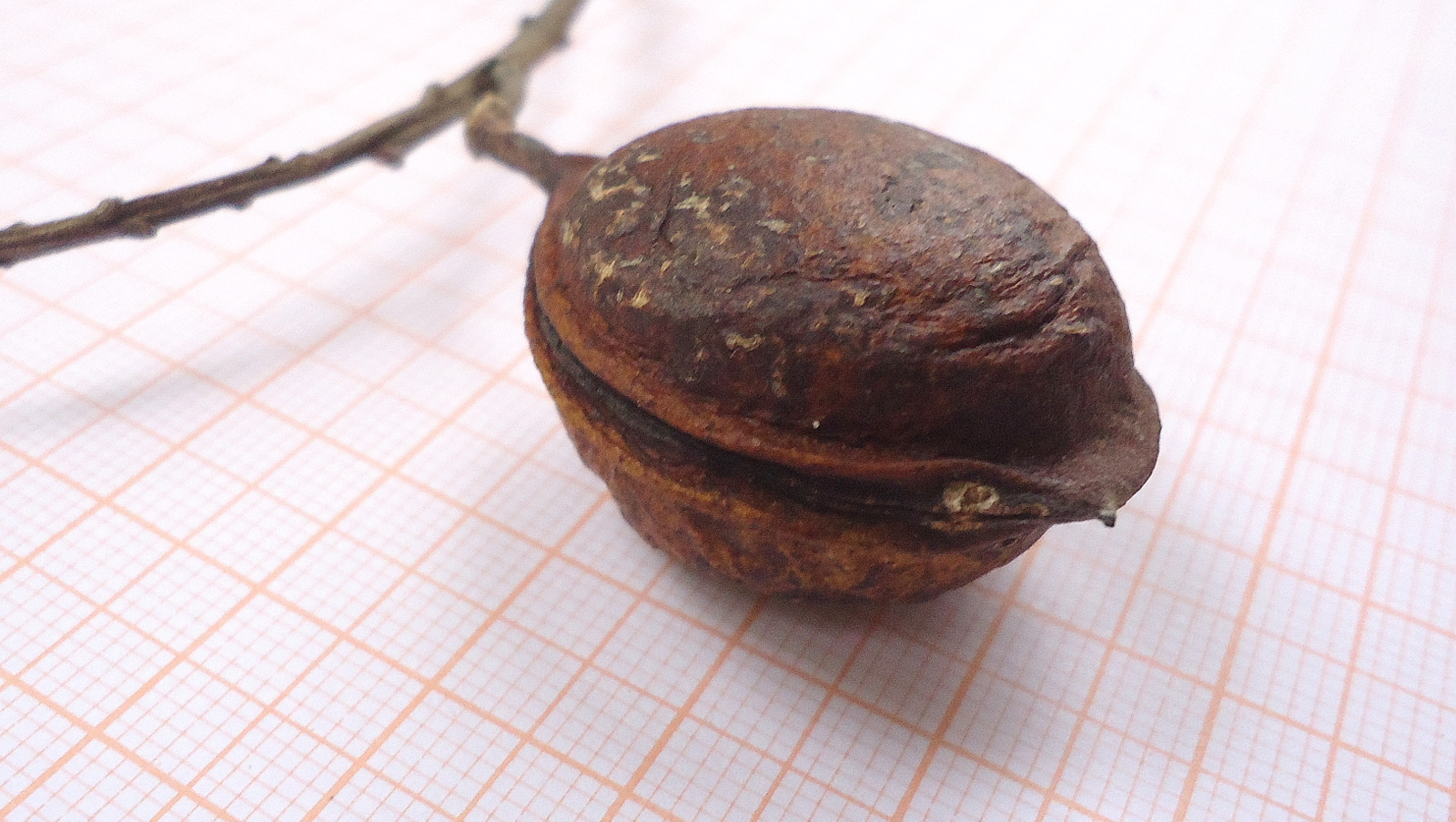
Andira legalis (nur gekocht)
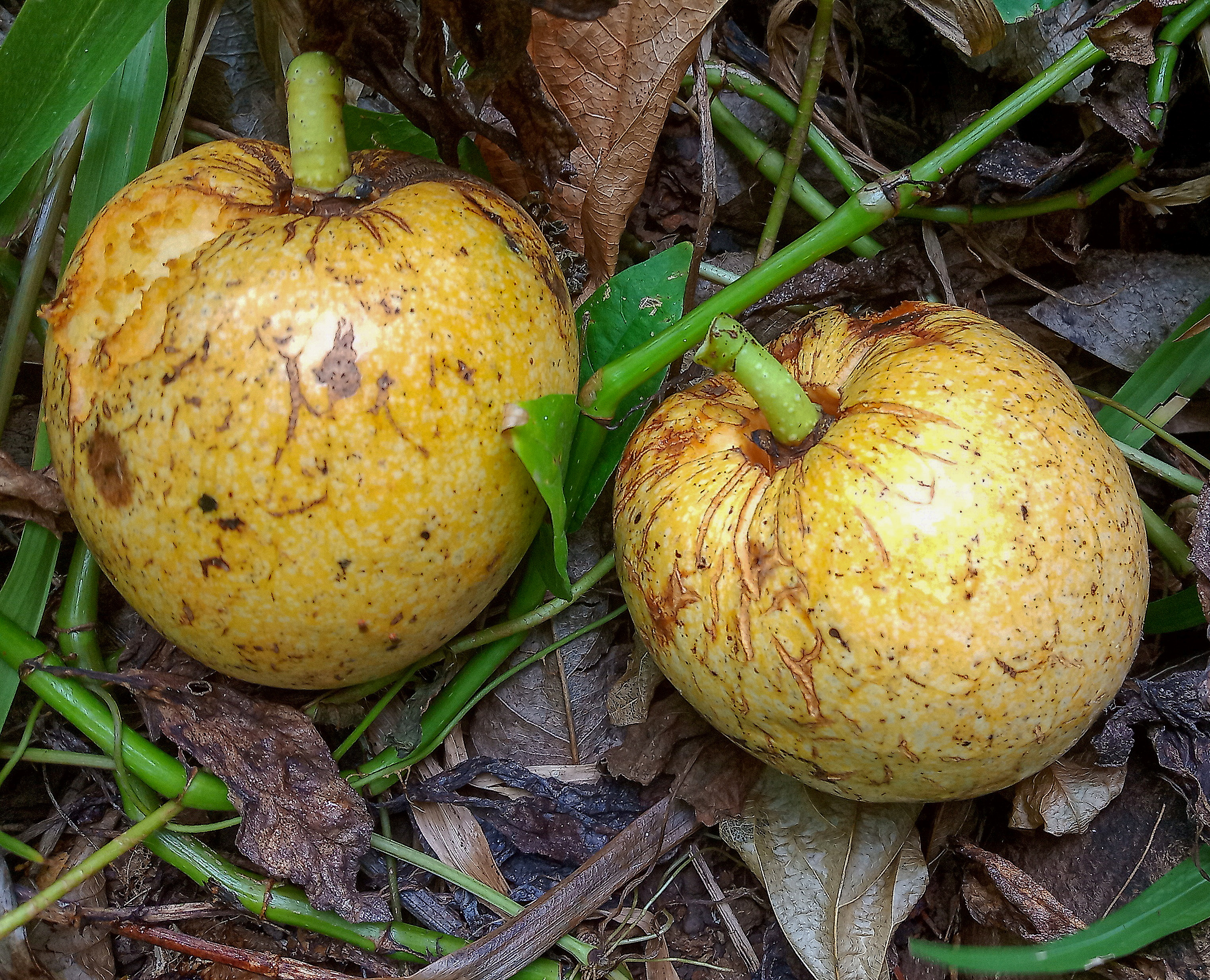
Annona glabra
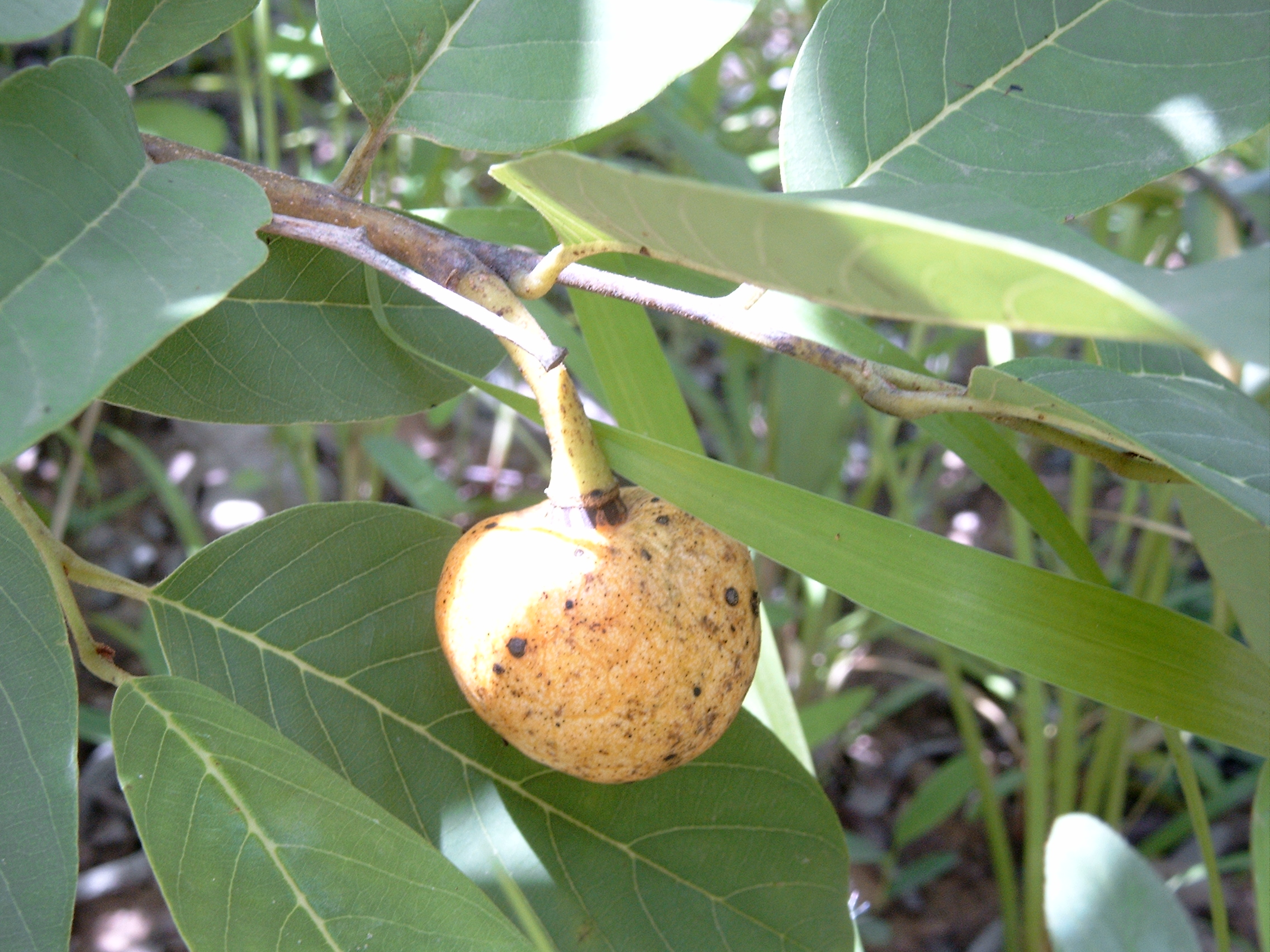
Annona senegalensis
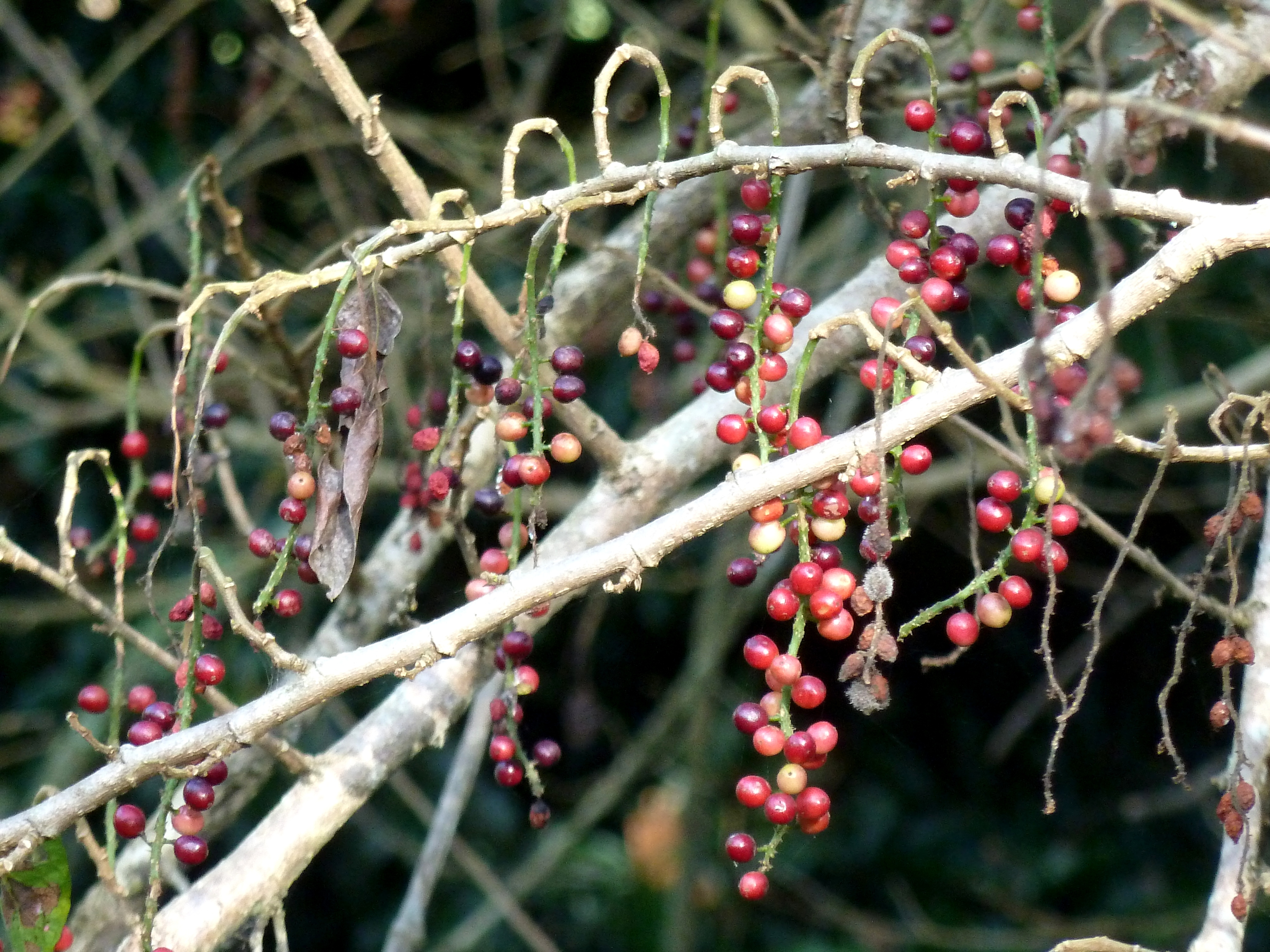
Antidesma venosum (versch. Antidesma-Arten haben ähnliche Früchte)
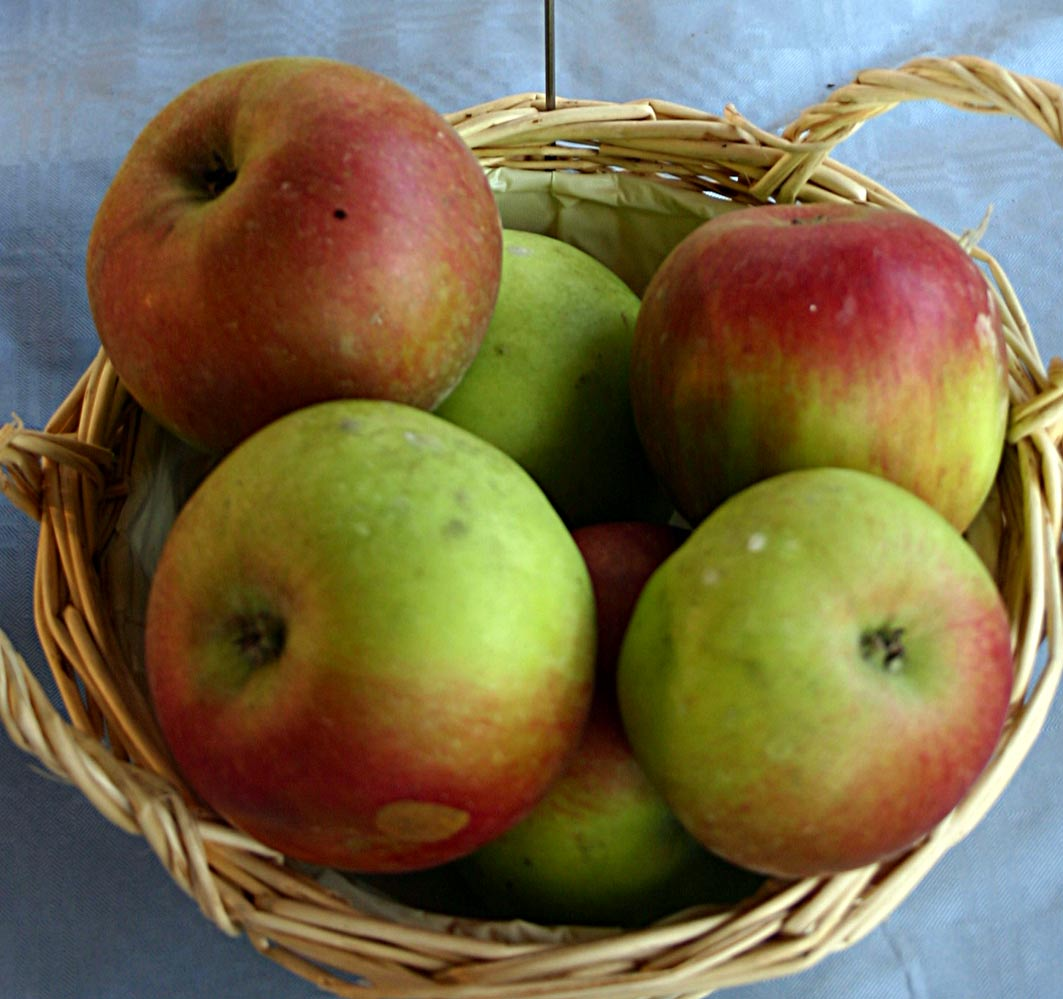
Apfel
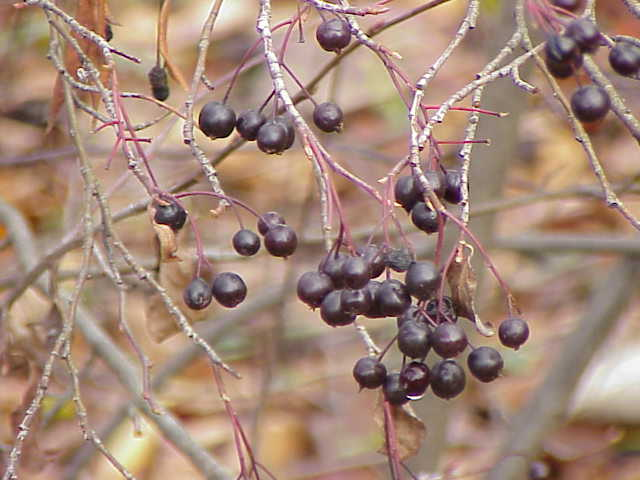
Apfelbeere (Aronia)
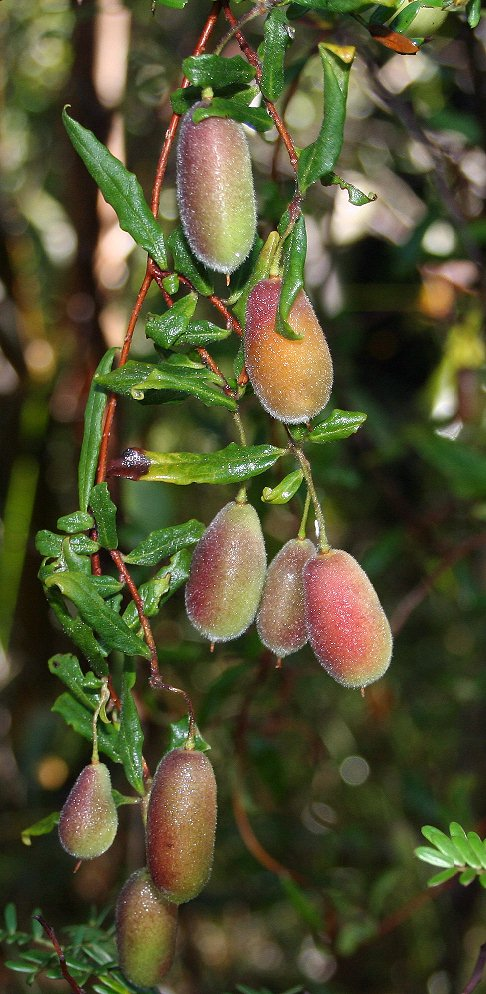
Apfelbeeren versch. Billardiera-Arten (Billardiera scandens, Billardiera cymosa, Billardiera mutabilis u. a.)
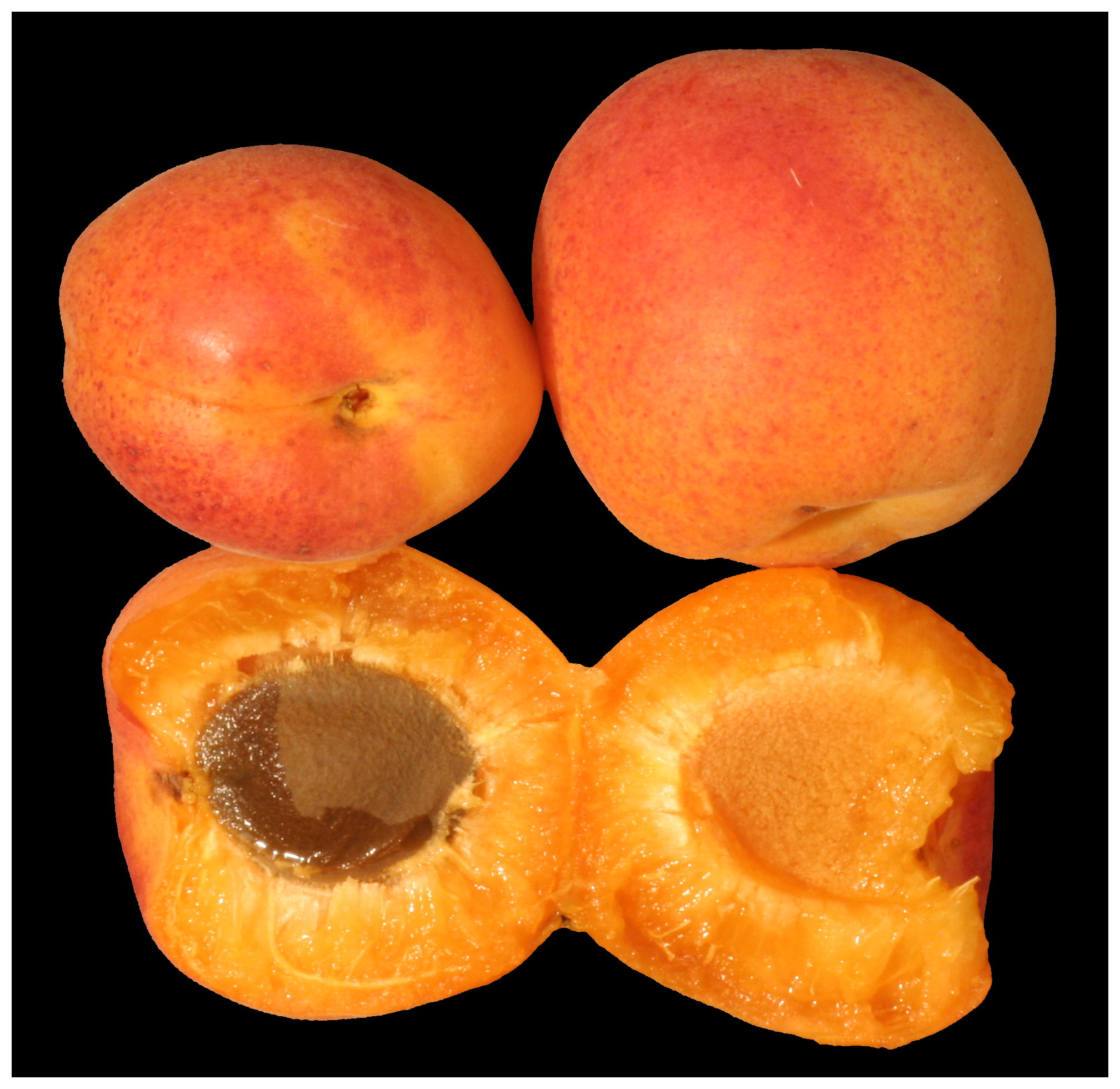
Aprikose (Marille)
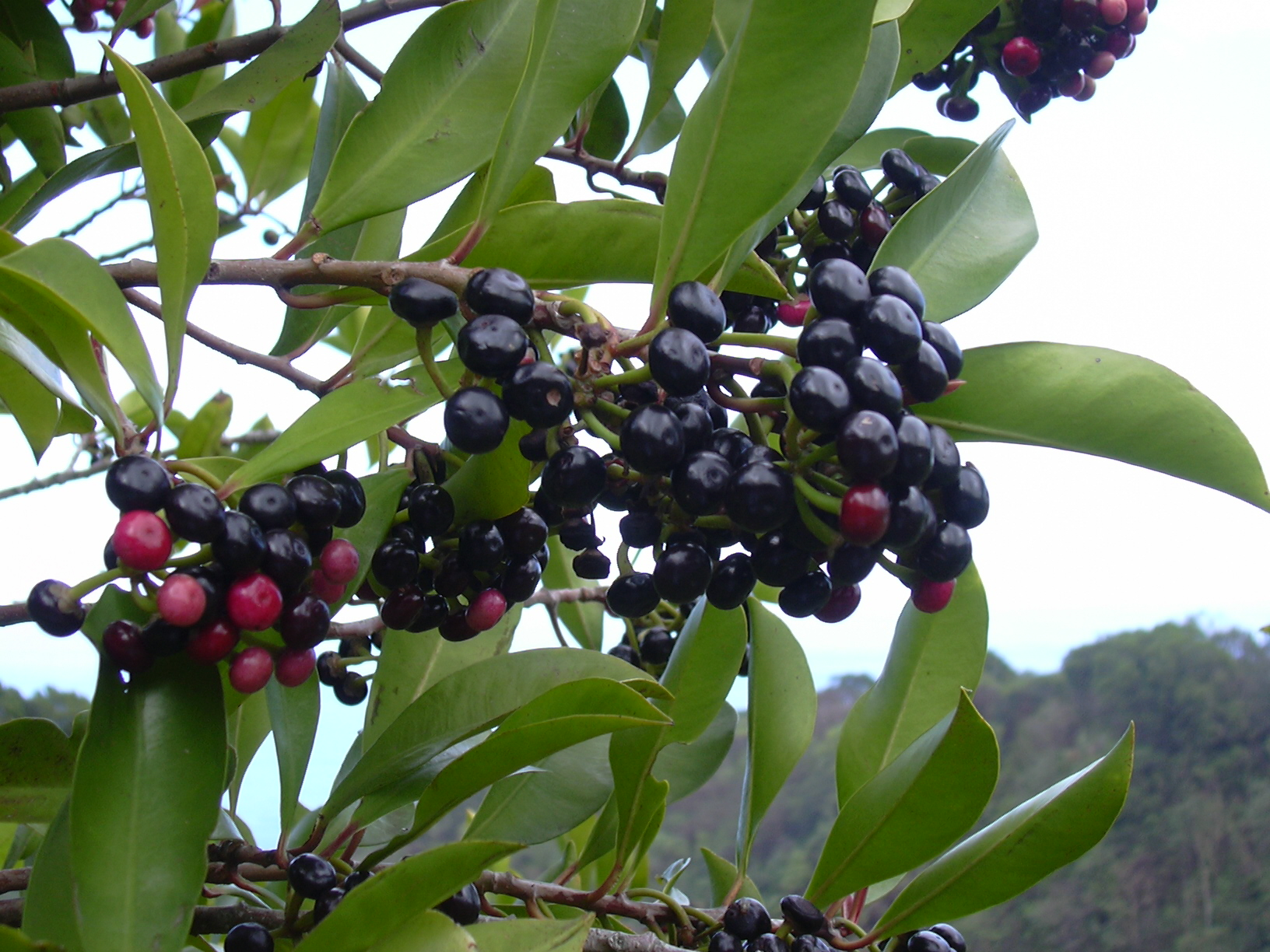
Ardisia elliptica
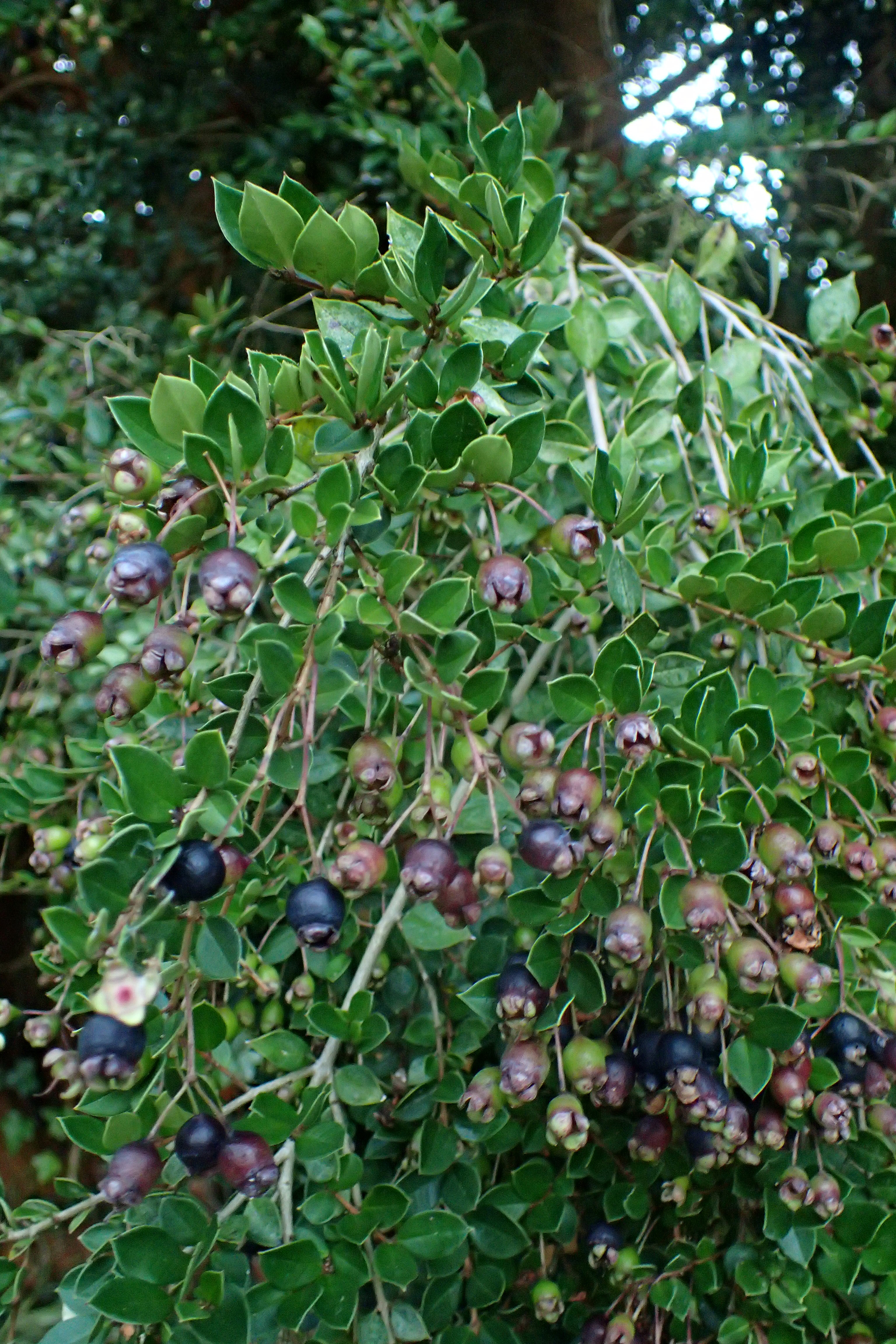
Arrayán (Luma apiculata, Luma chequen)
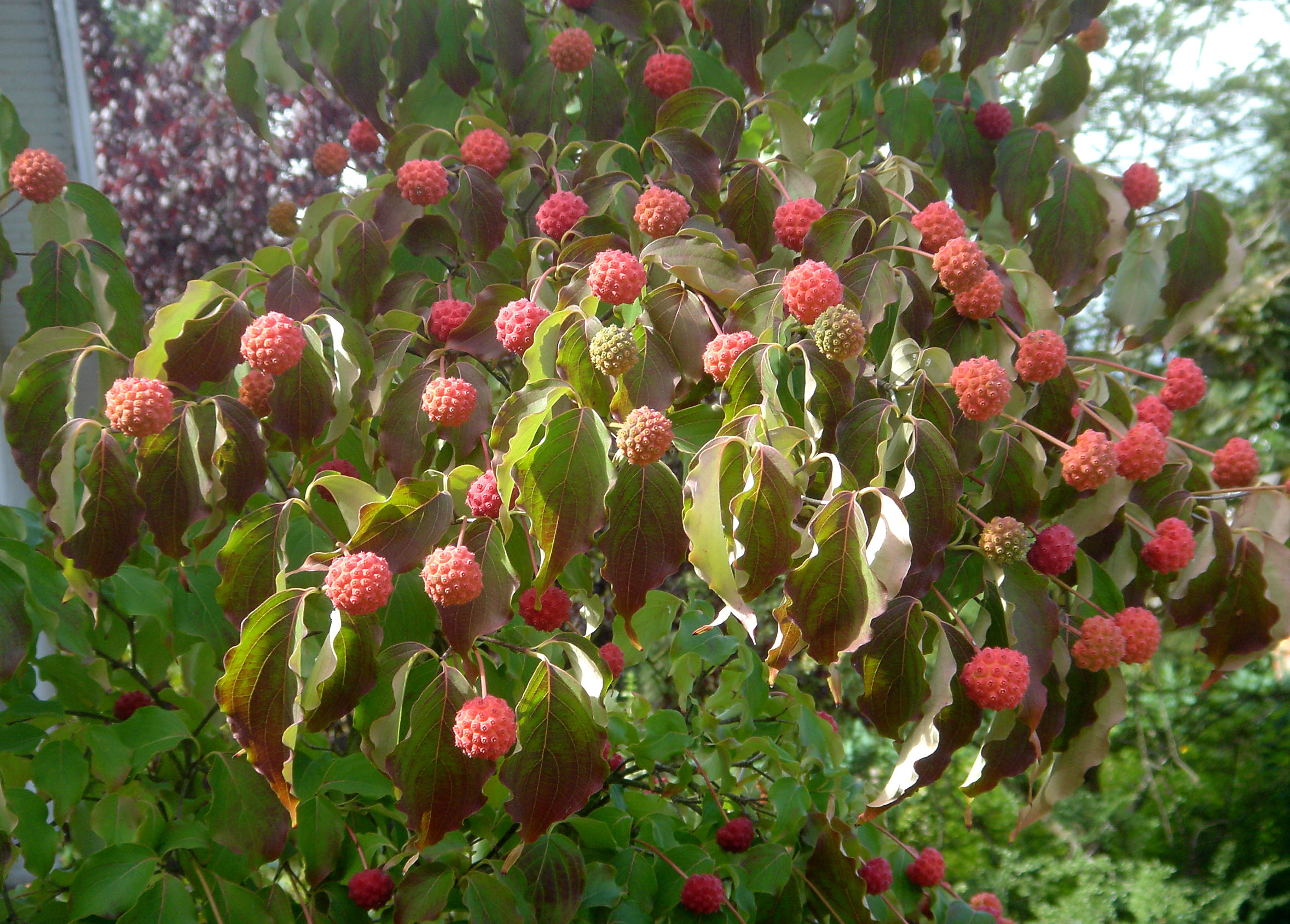
Asiatischer Blüten-Hartriegel (Kousa)
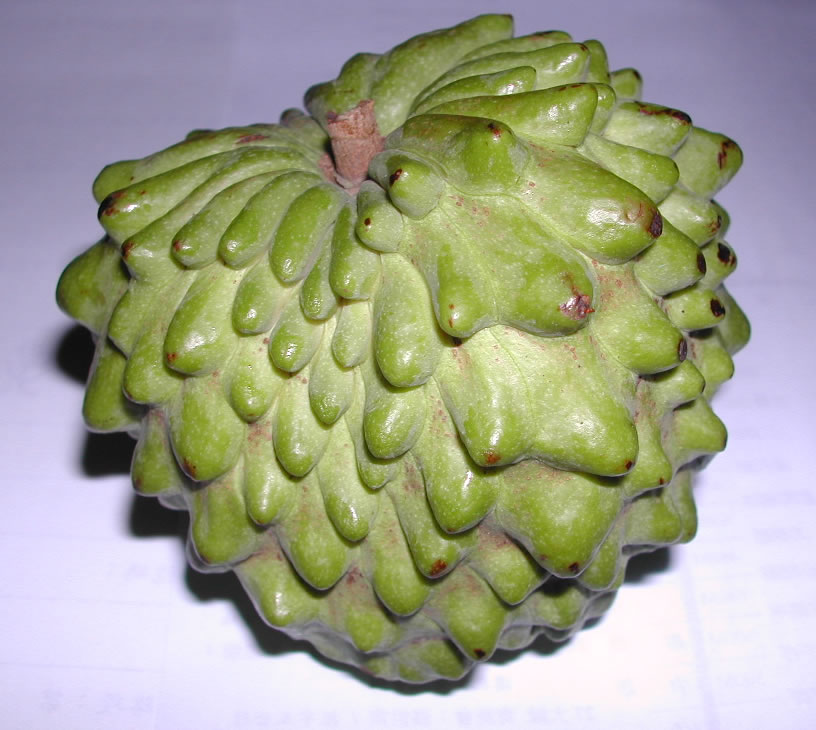
Atemoya
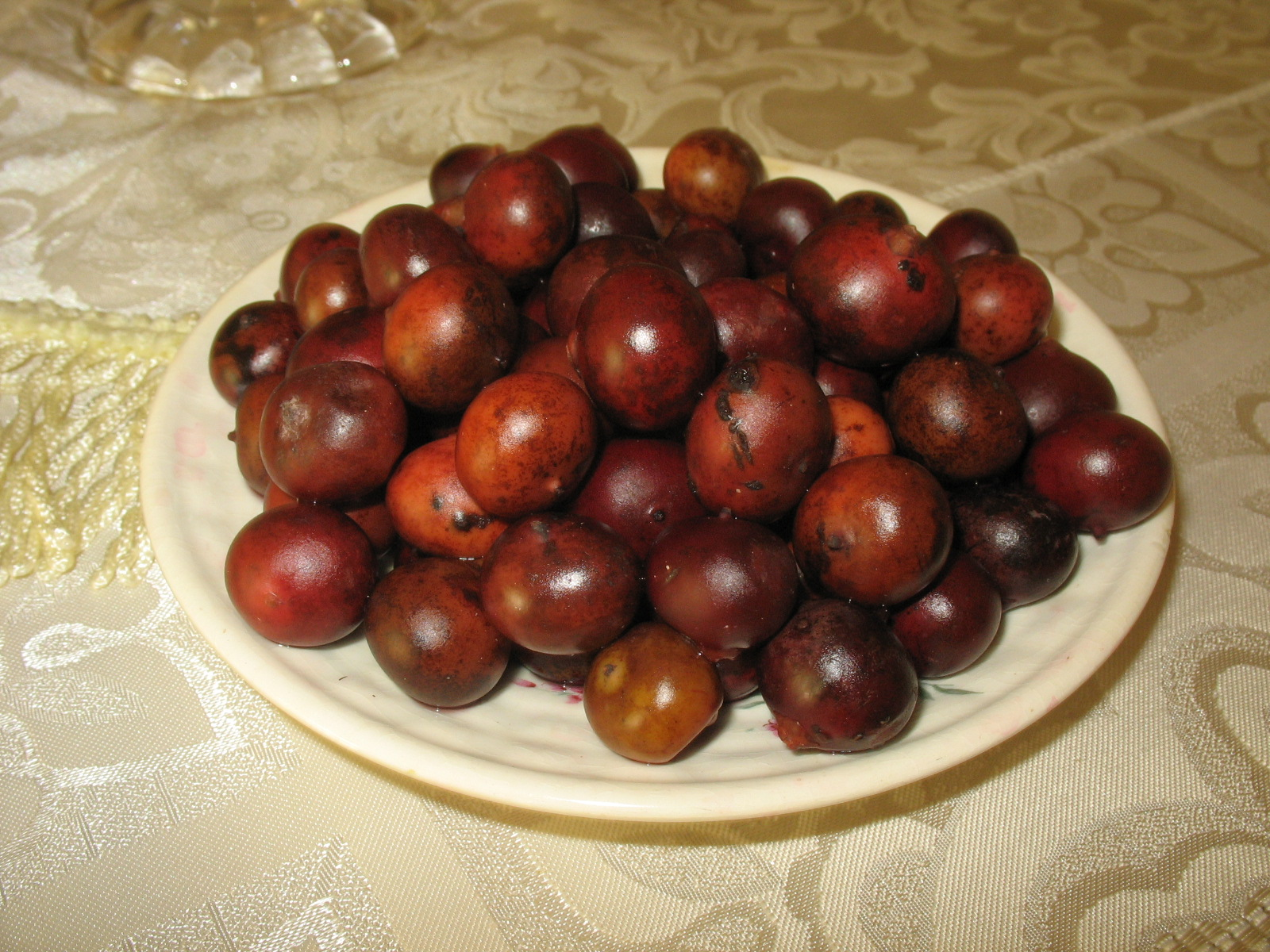
Attalea butyracea
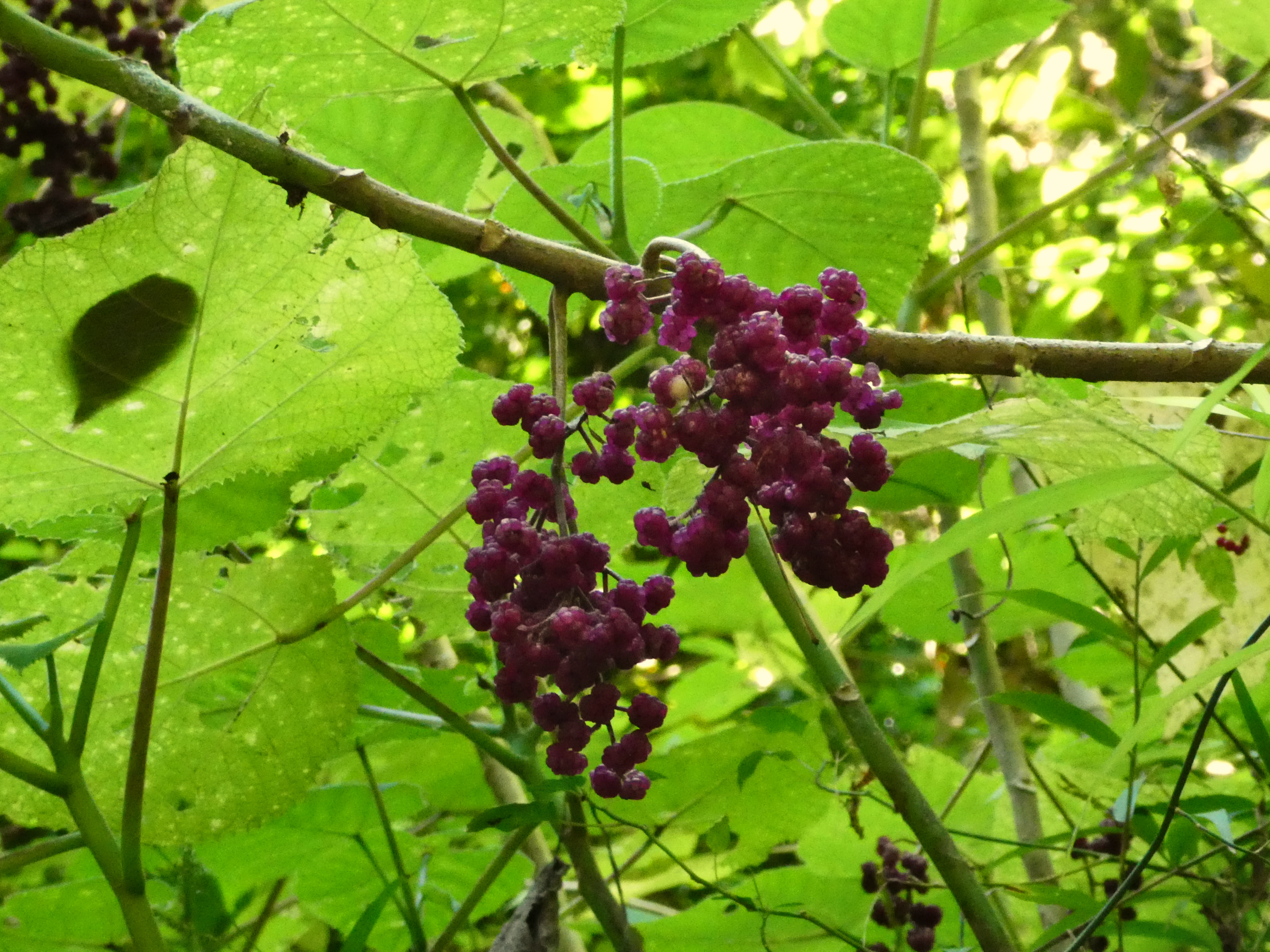
Australische Brennnessel
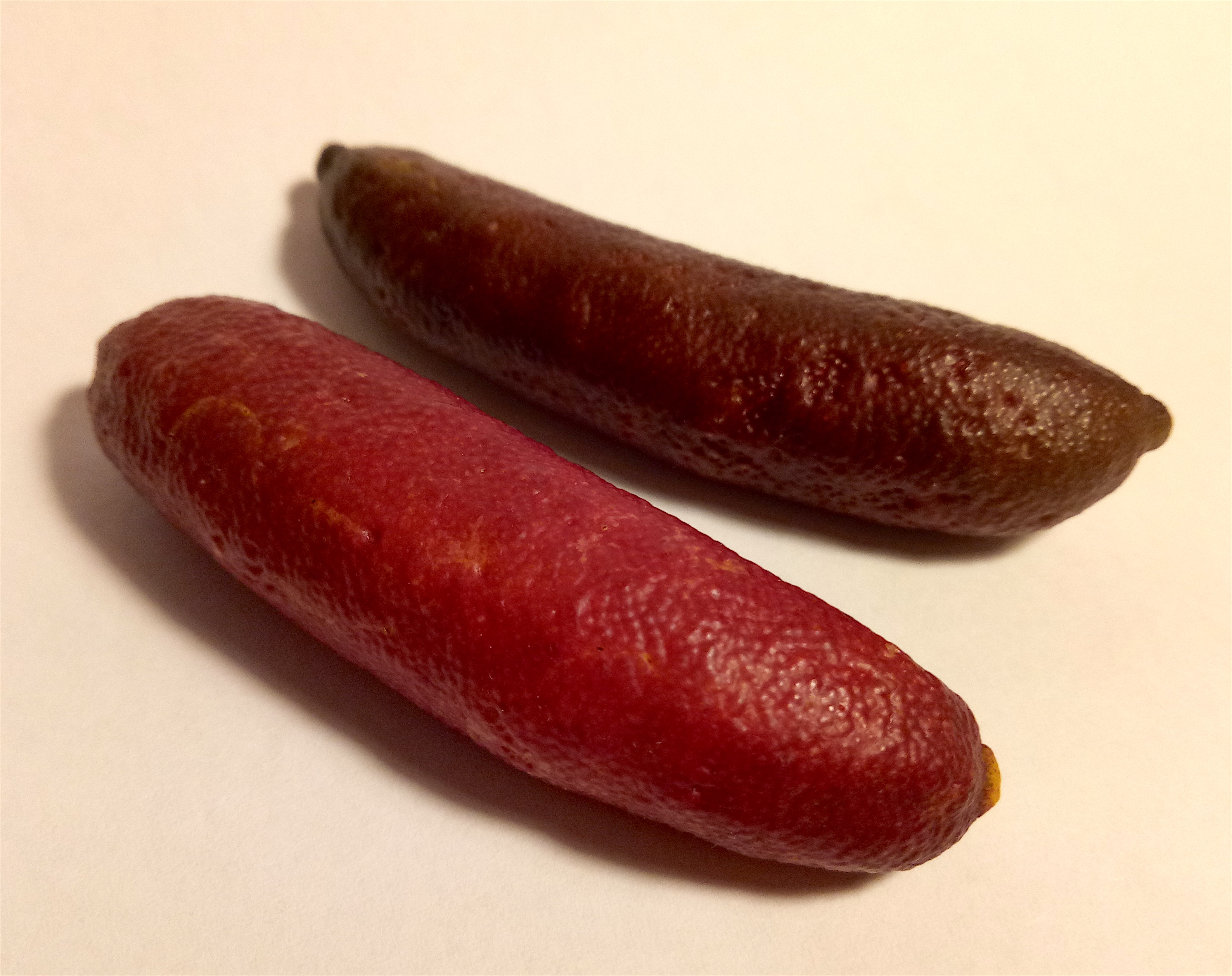
Australische Fingerlimette (Limetten-Kaviar)
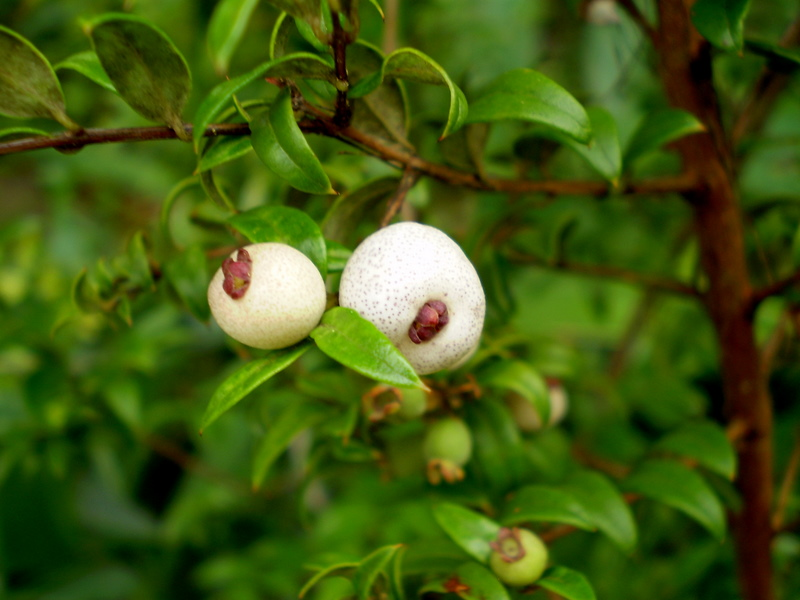
Austromyrtus dulcis, Austromyrtus tenuifolia
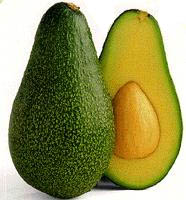
Avocado
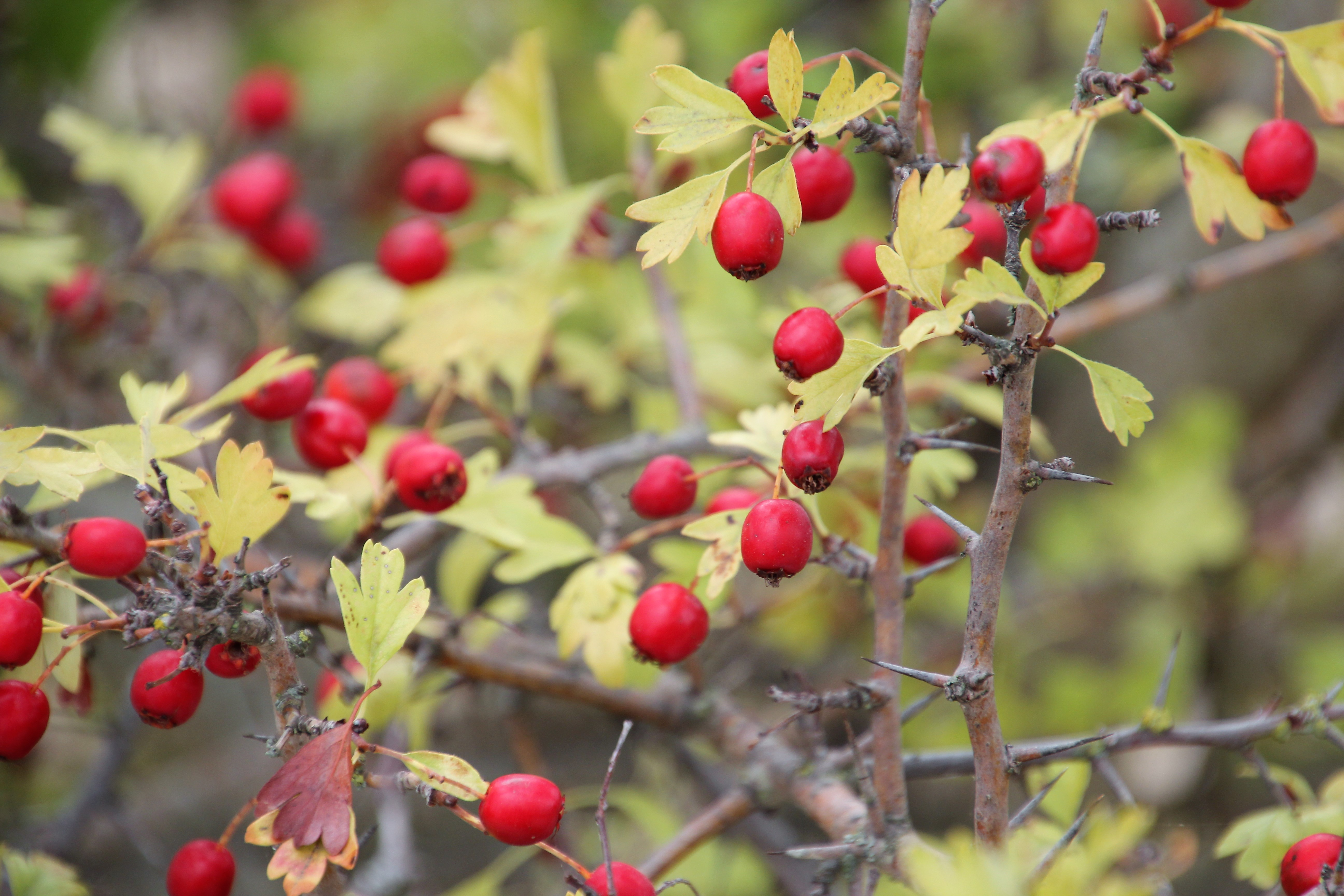
Azaroldorn
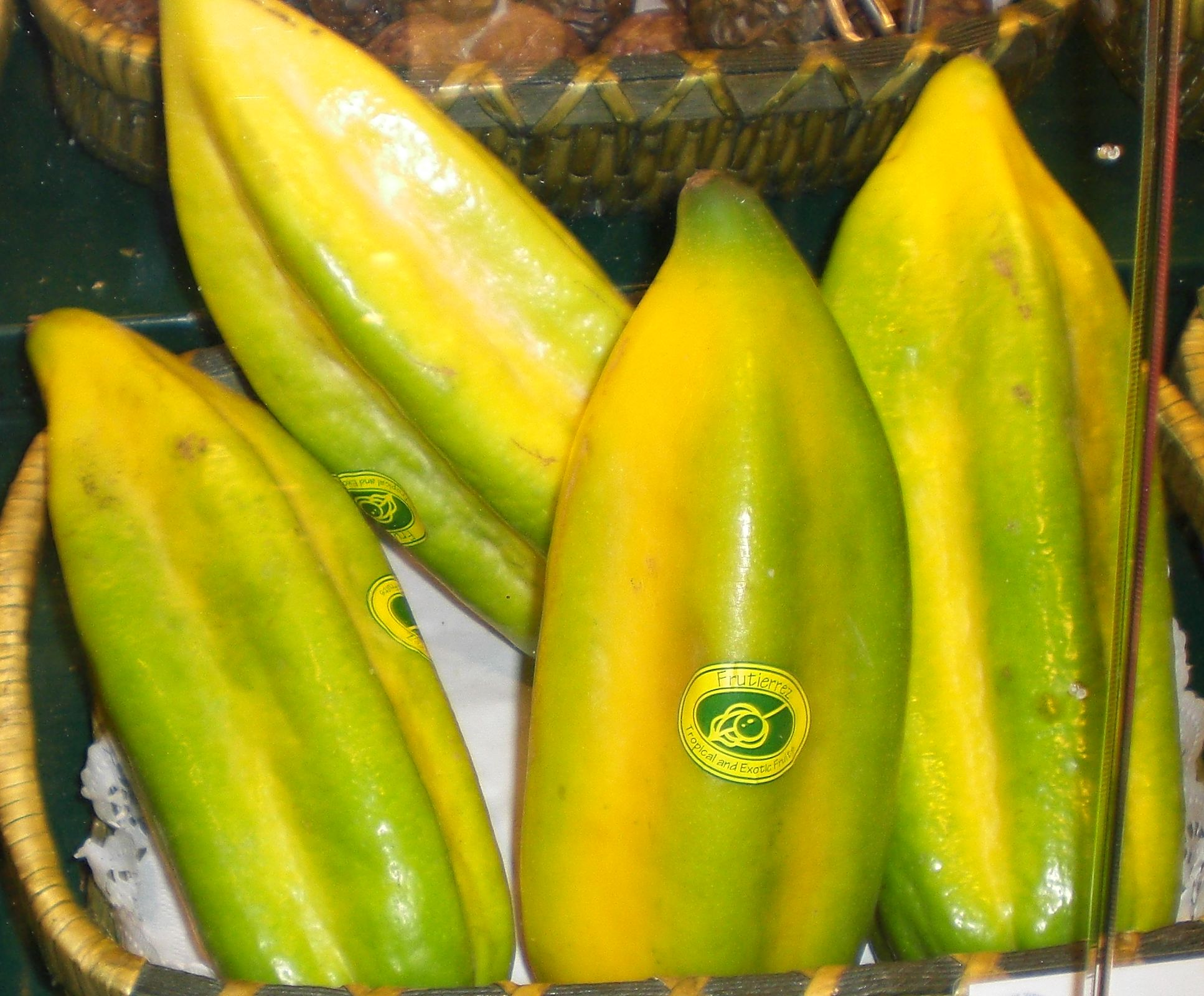
Babaco (ähnlich ist die Berg-Papaya)
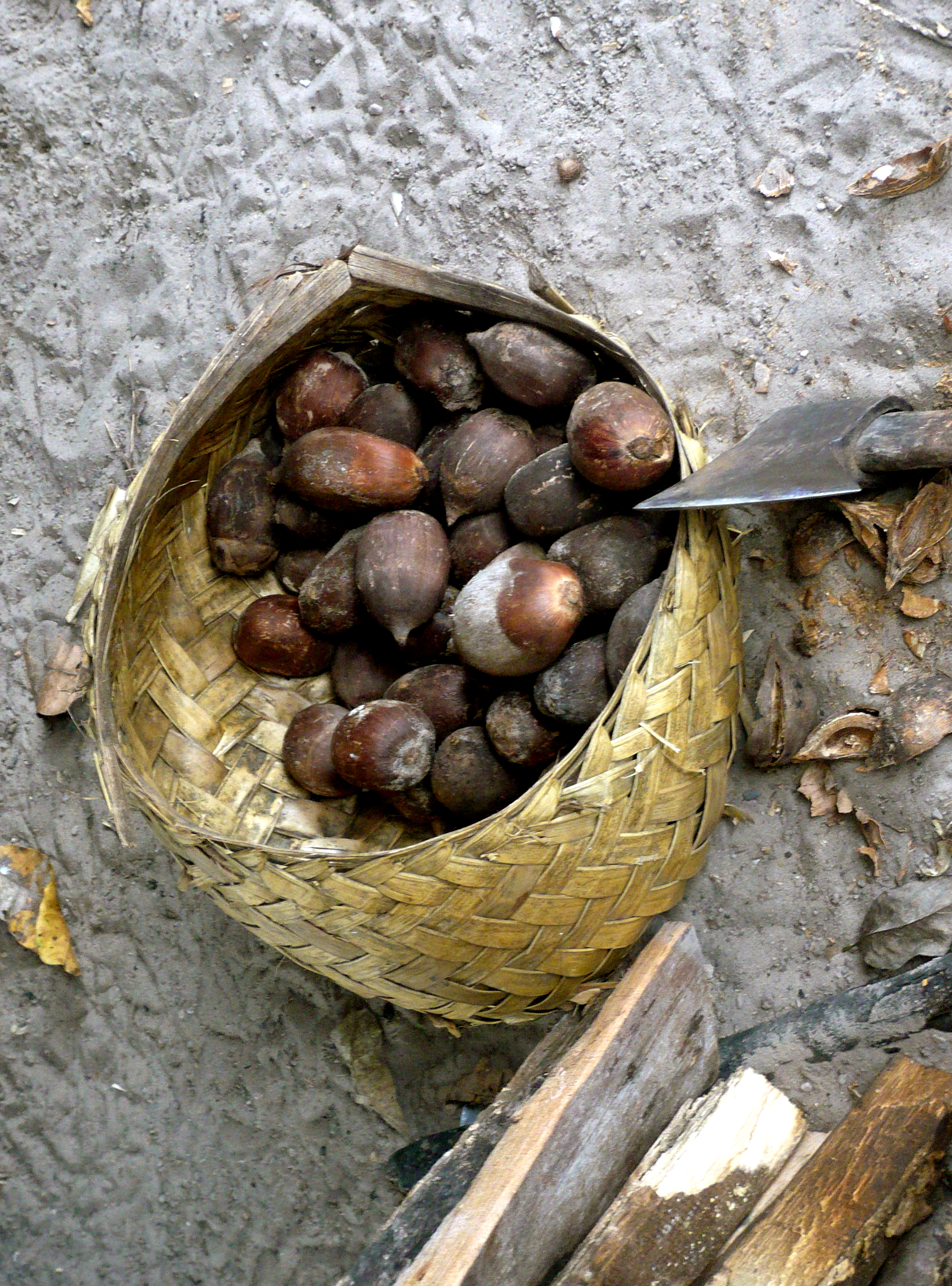
Babassupalme
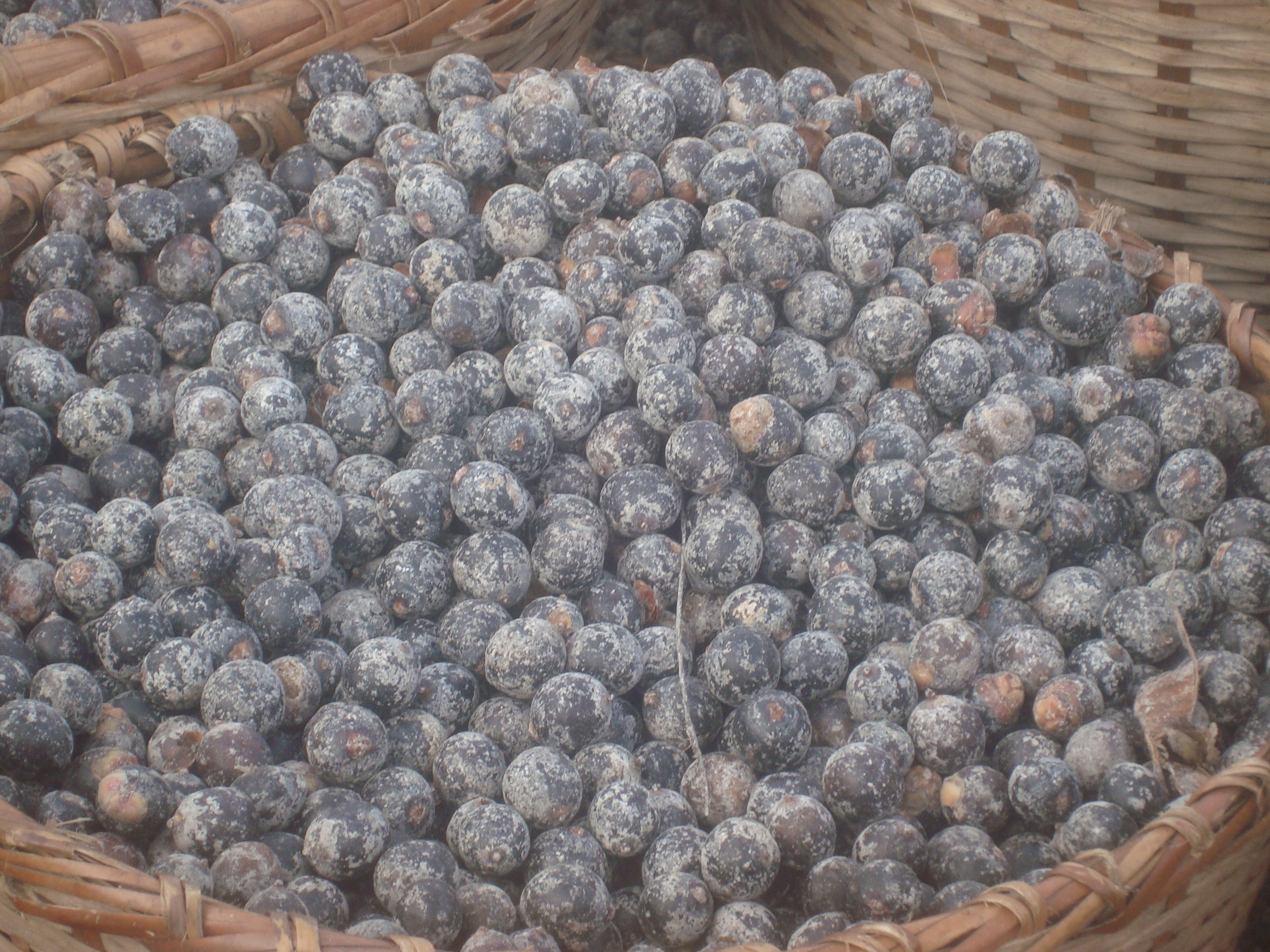
Bacaba (ähnlich ist Patauá von Oenocarpus bataua)
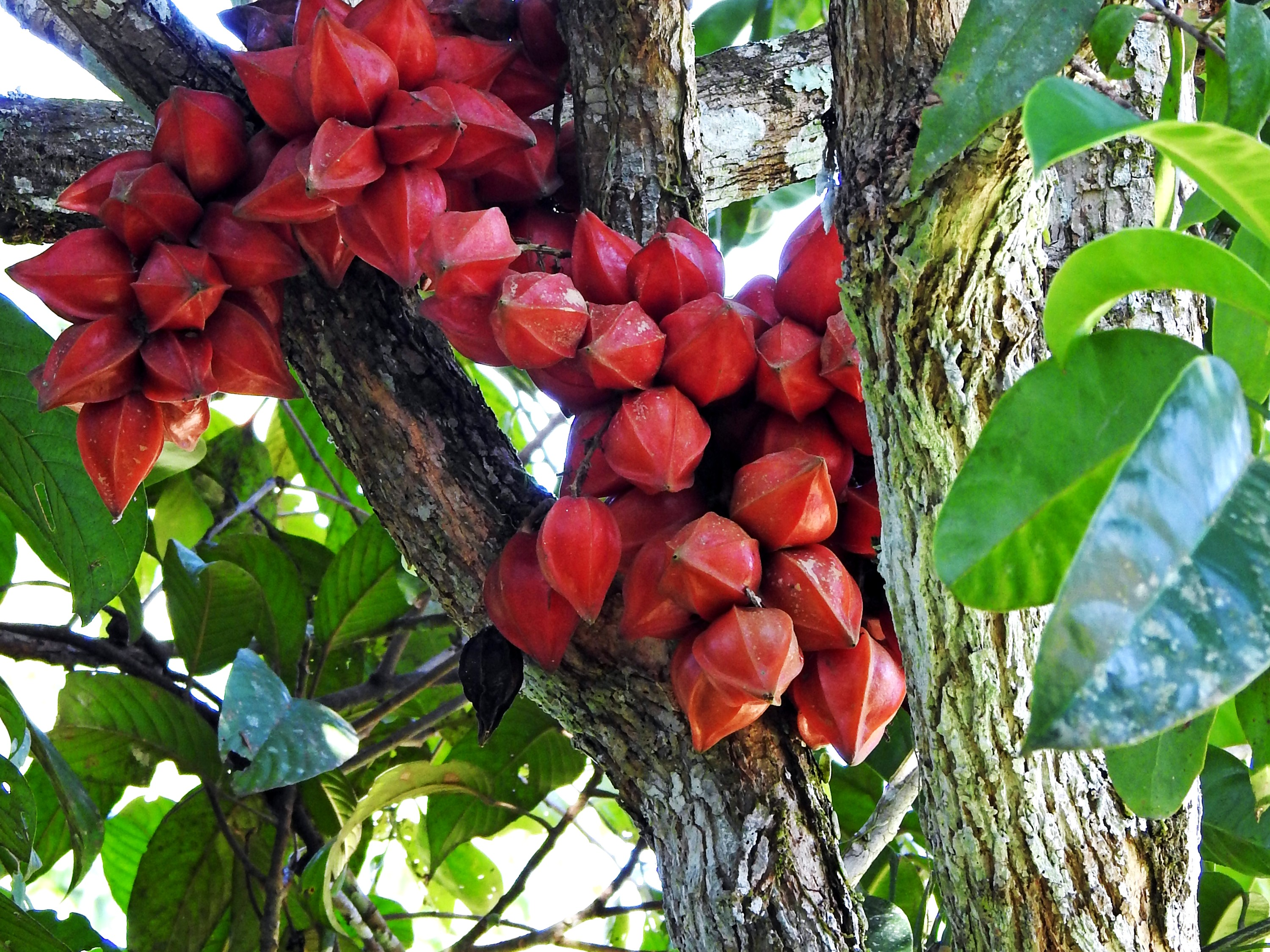
Baccaurea angulata
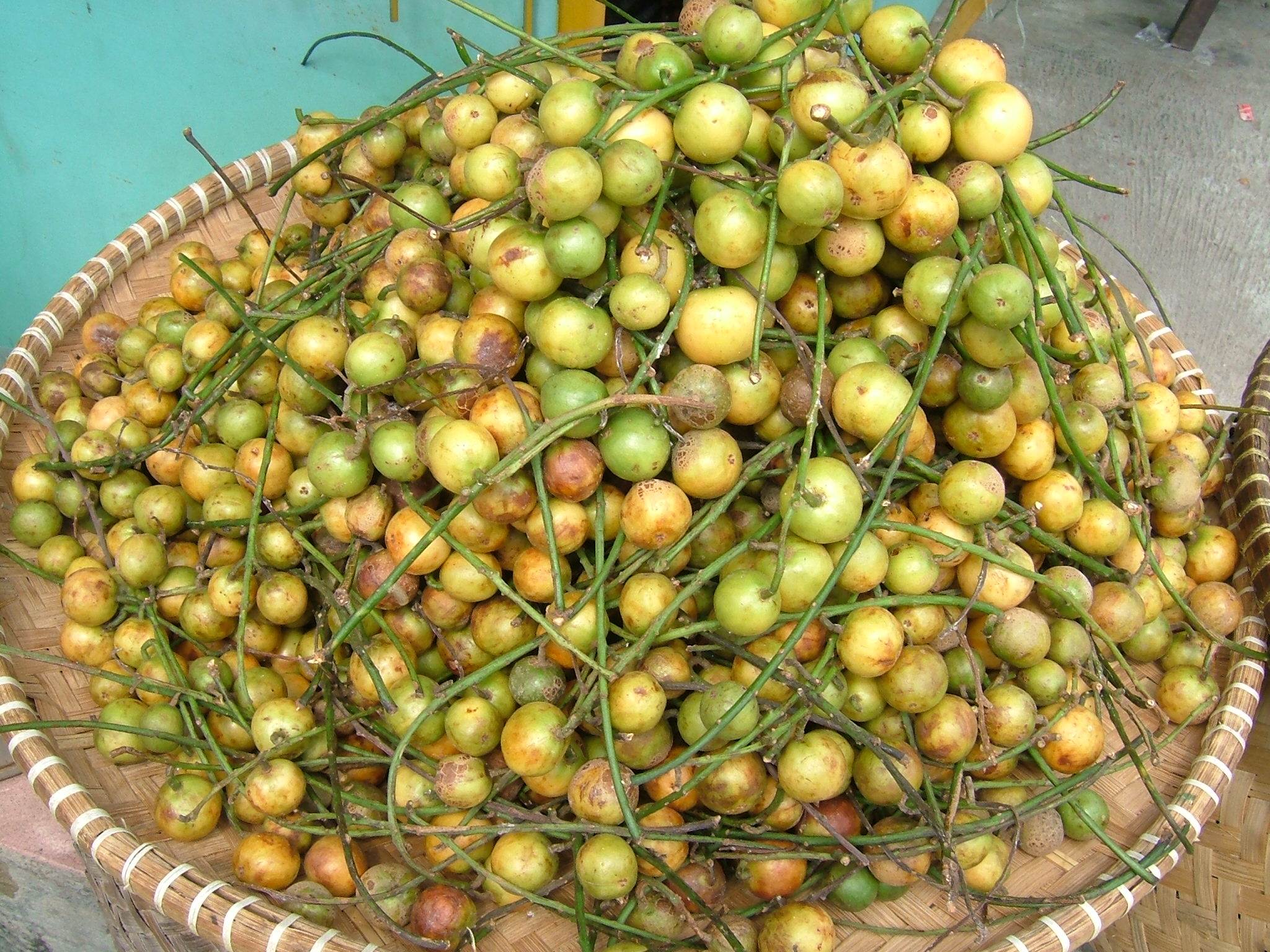
Baccaurea racemosa (Kapundung, Menteng)
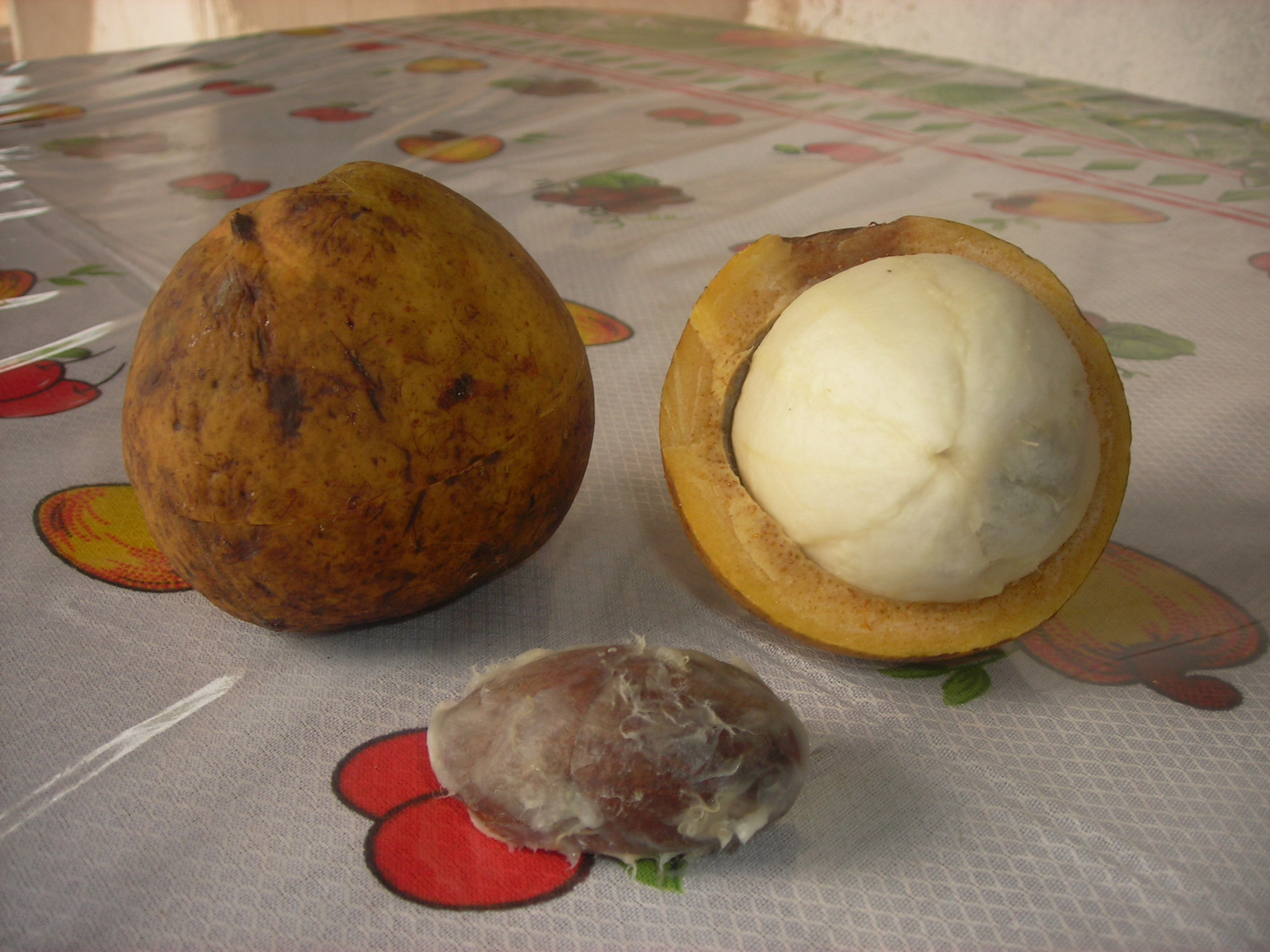
Bakuri, Bacuri
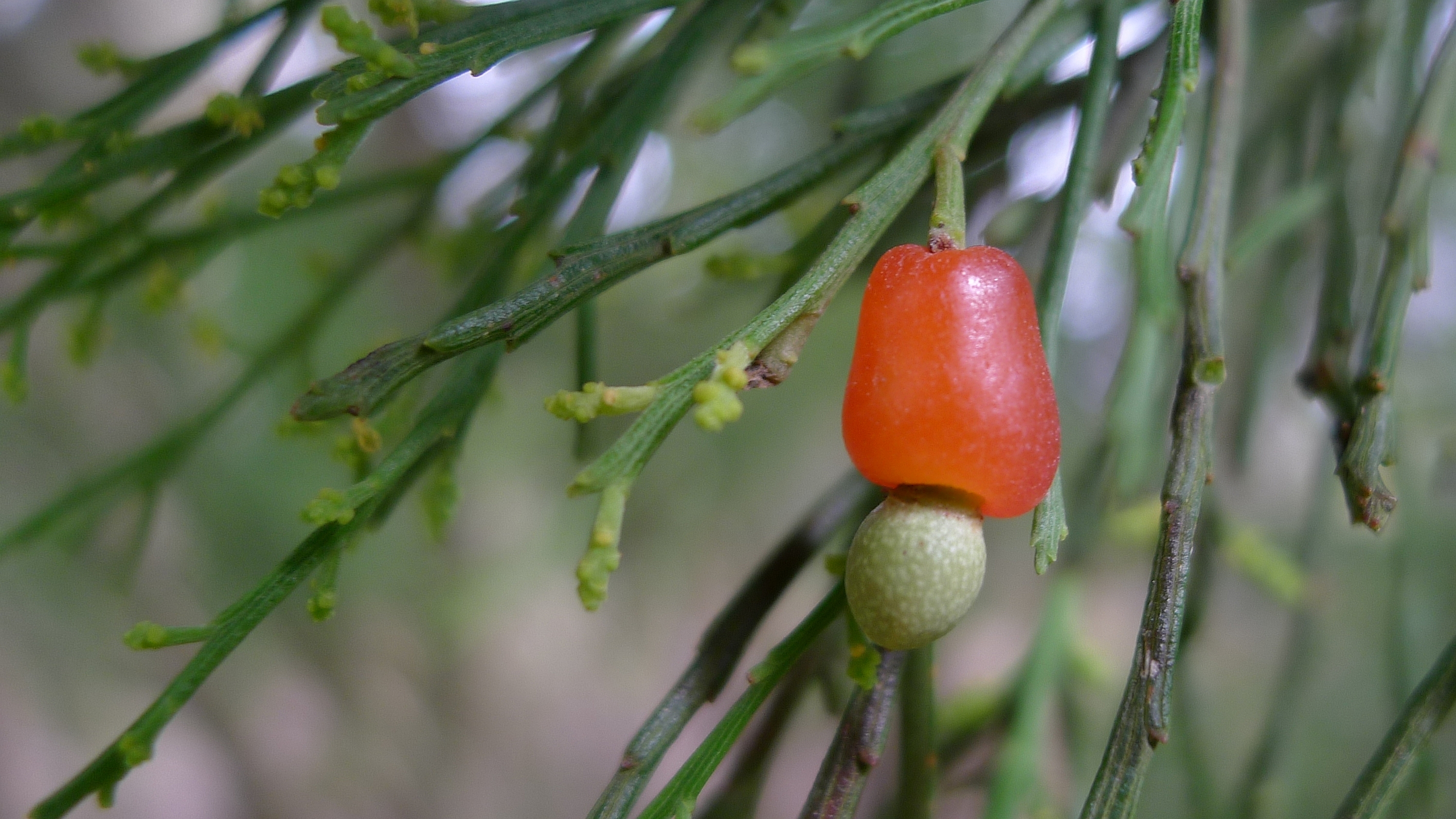
Ballartkirsche (fleischiger Blütenstiel)
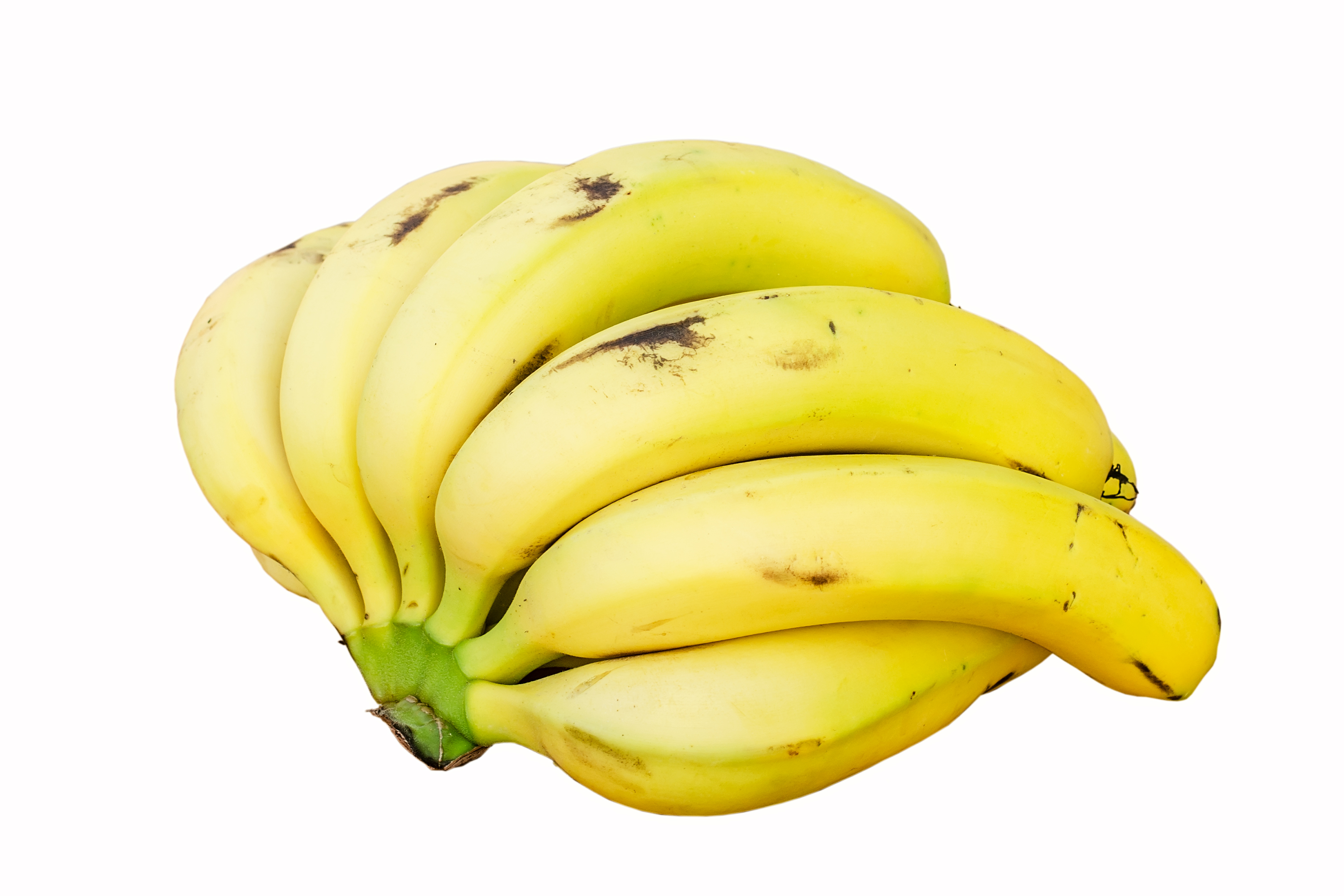
Banane
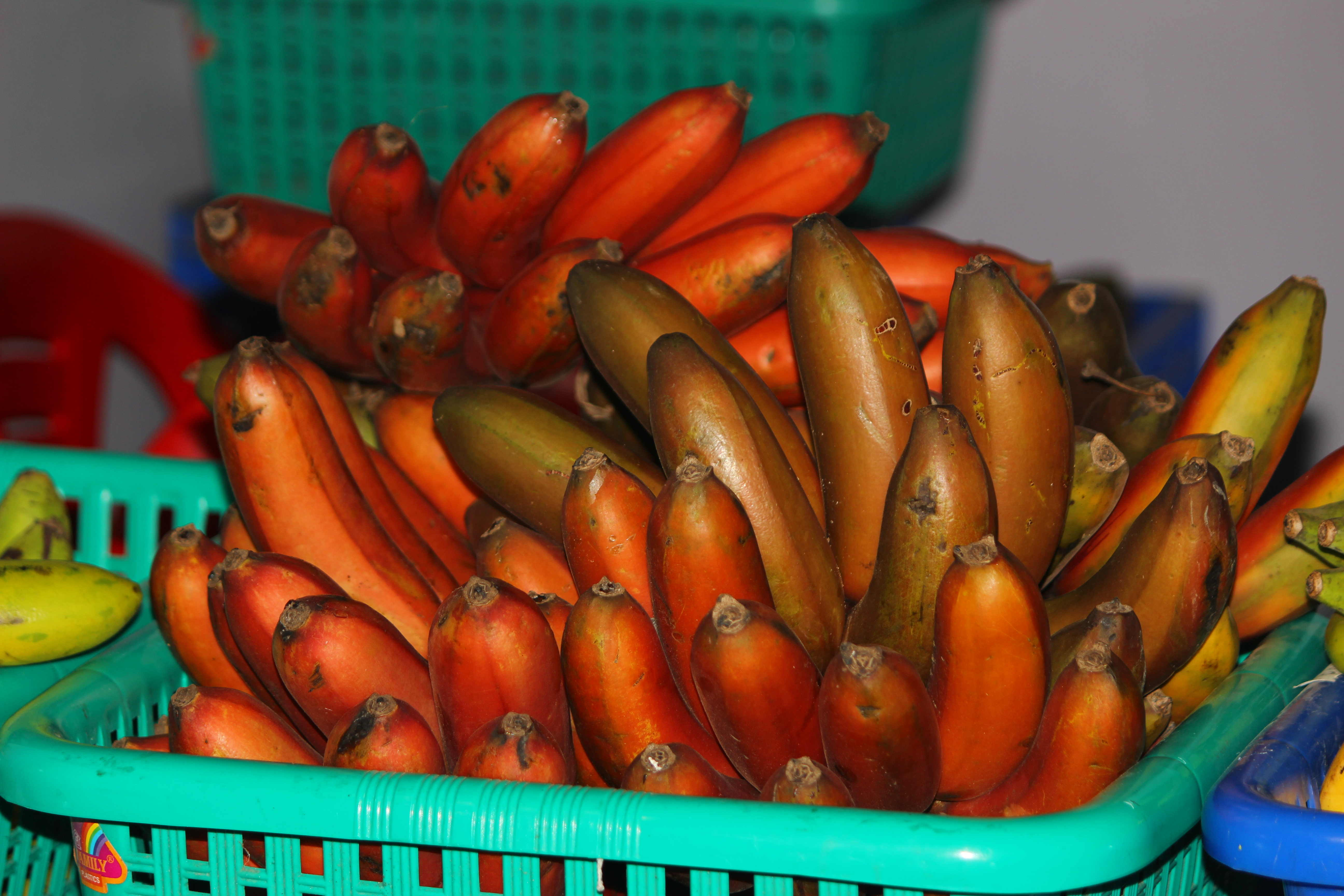
Rote Bananen (Hybride von Musa acuminata)
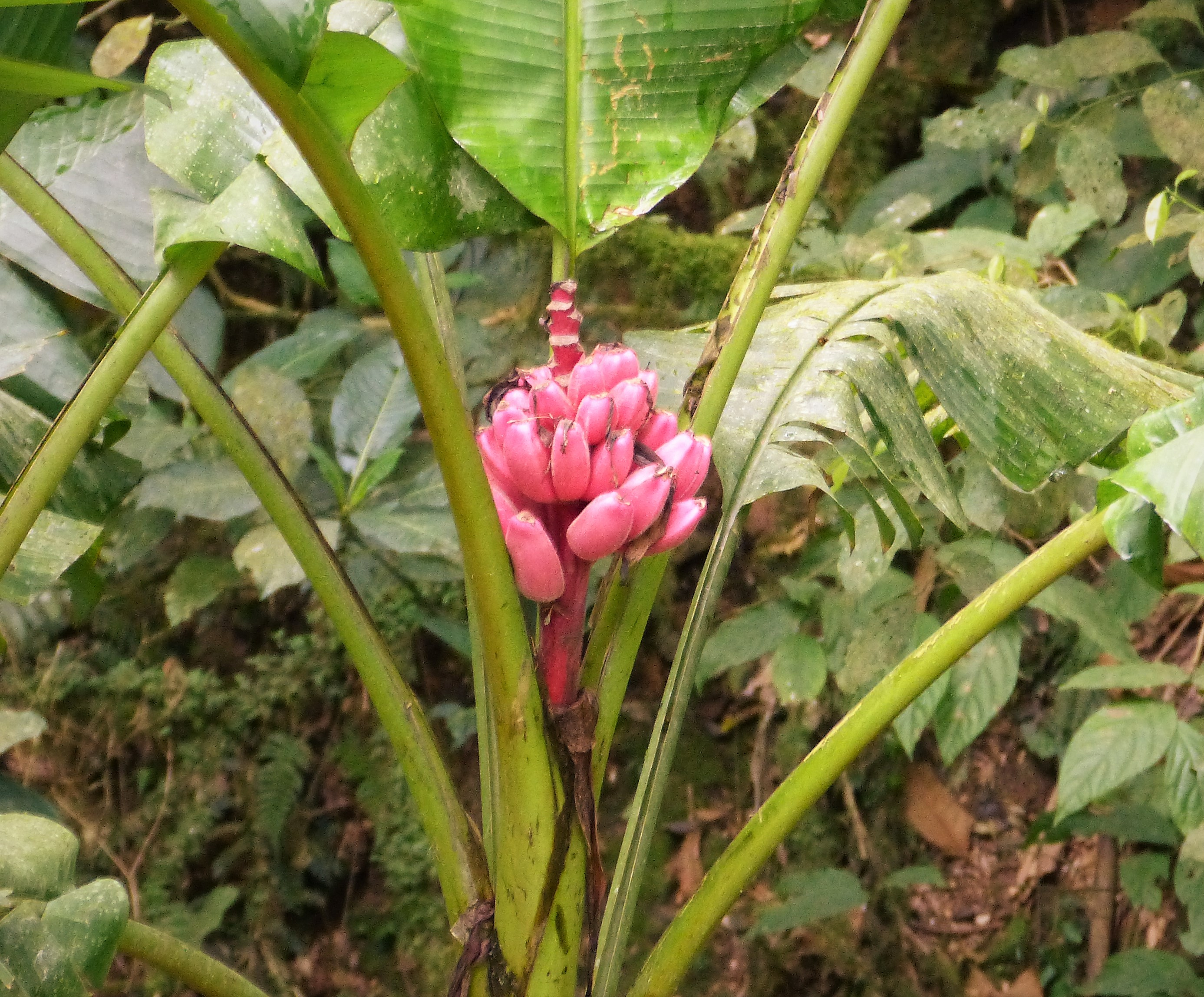
Rosa Zwergbananen (Musa velutina)
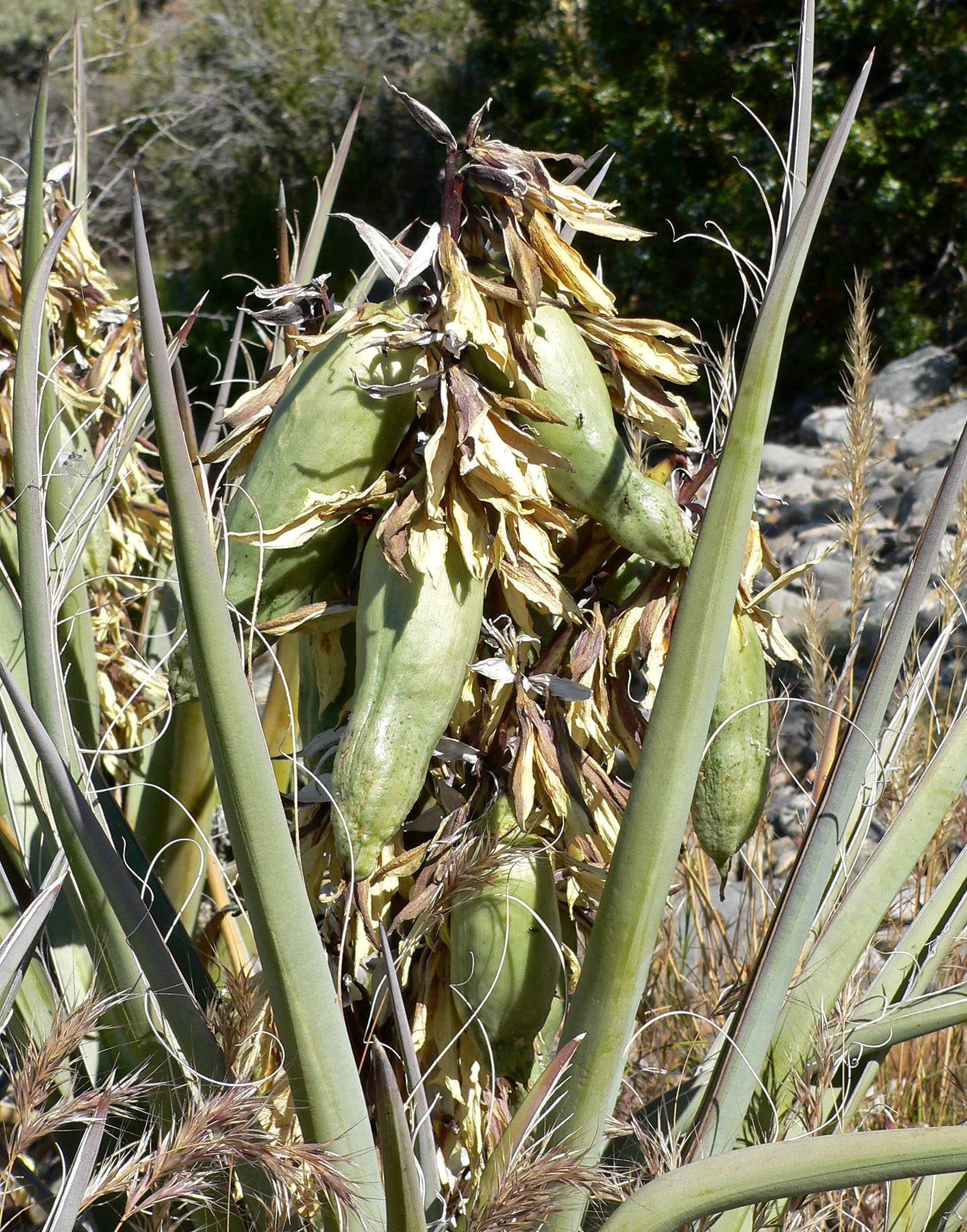
Bananen-Yucca
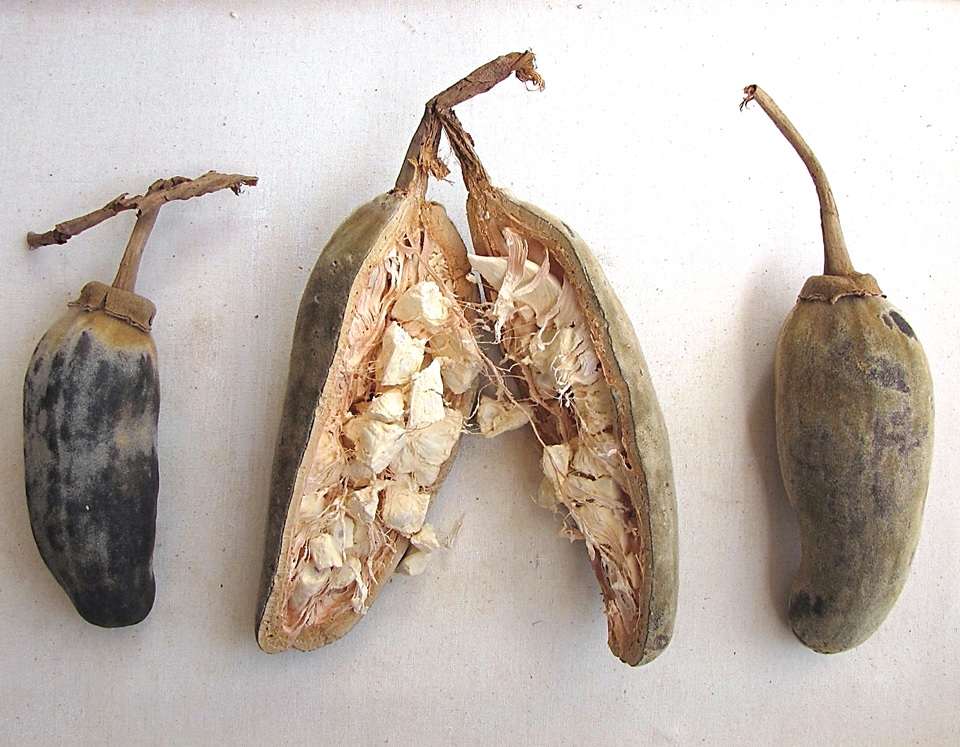
Baobab
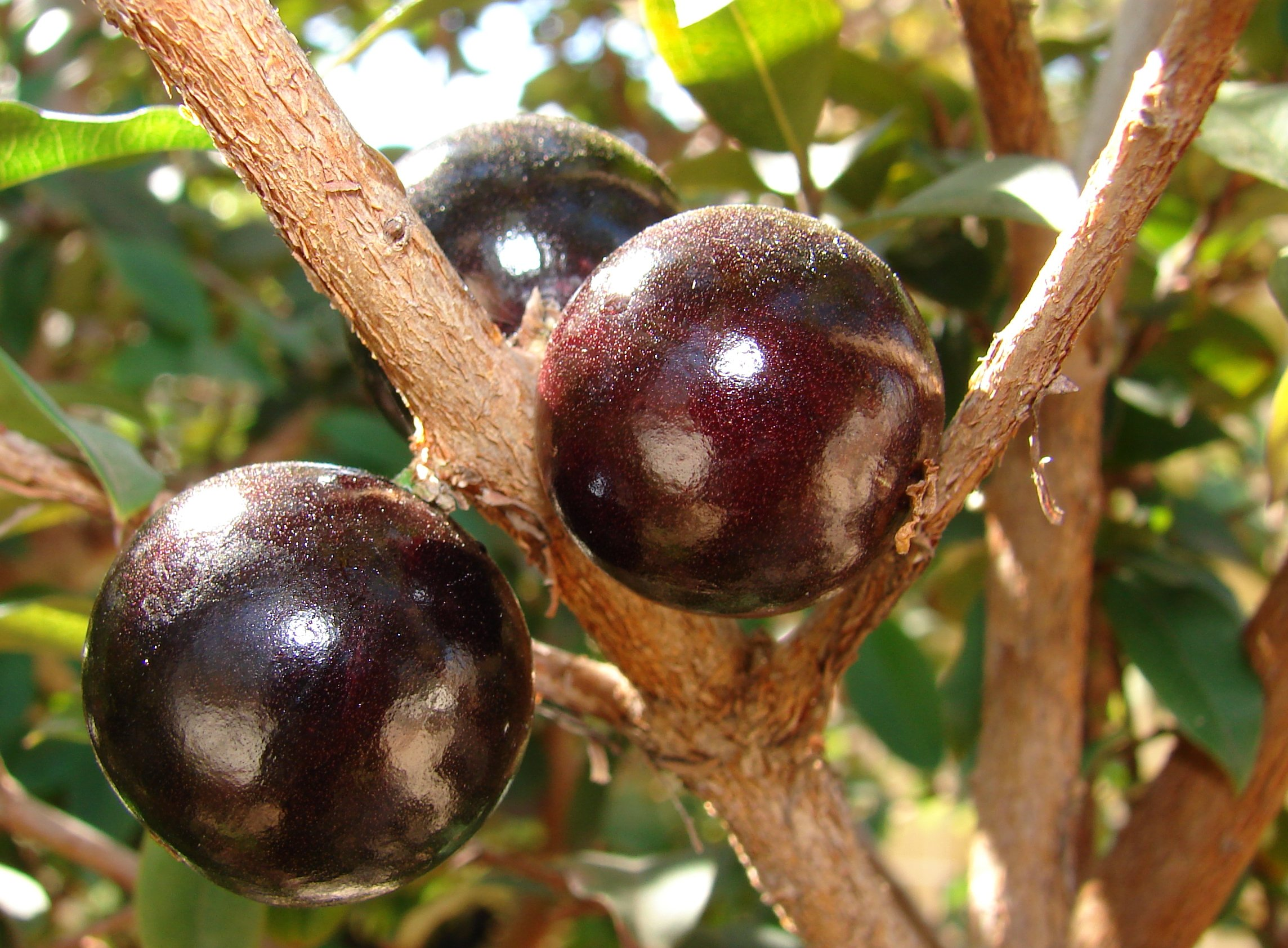
Baumstammkirsche
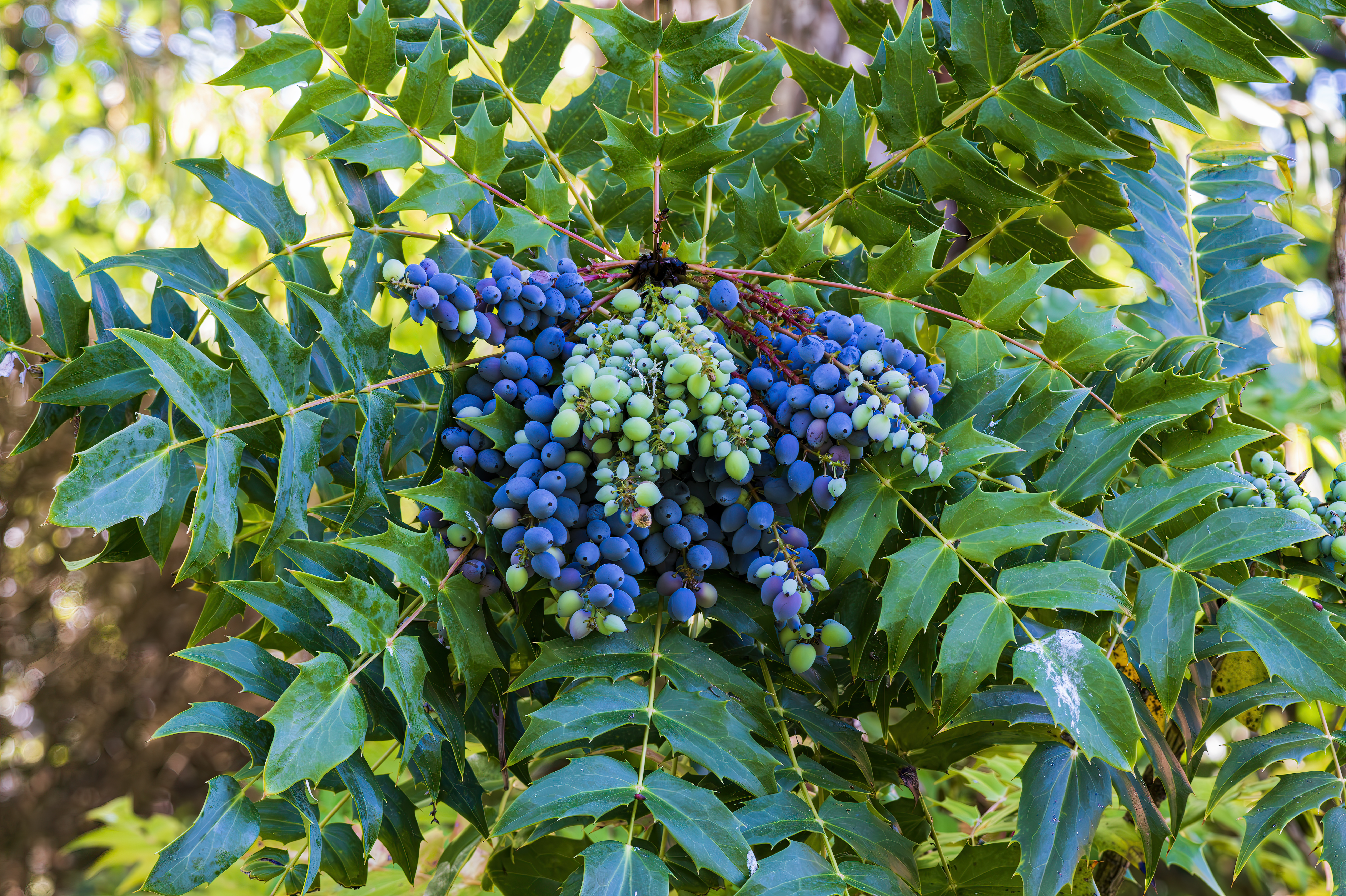
Beals Mahonie
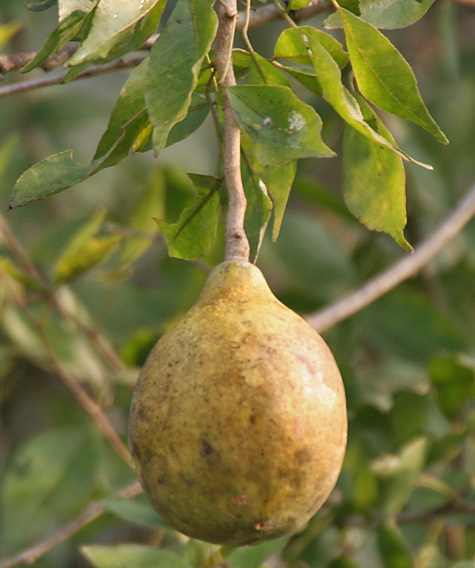
Bengalische Quitte (Madjo, Bel)
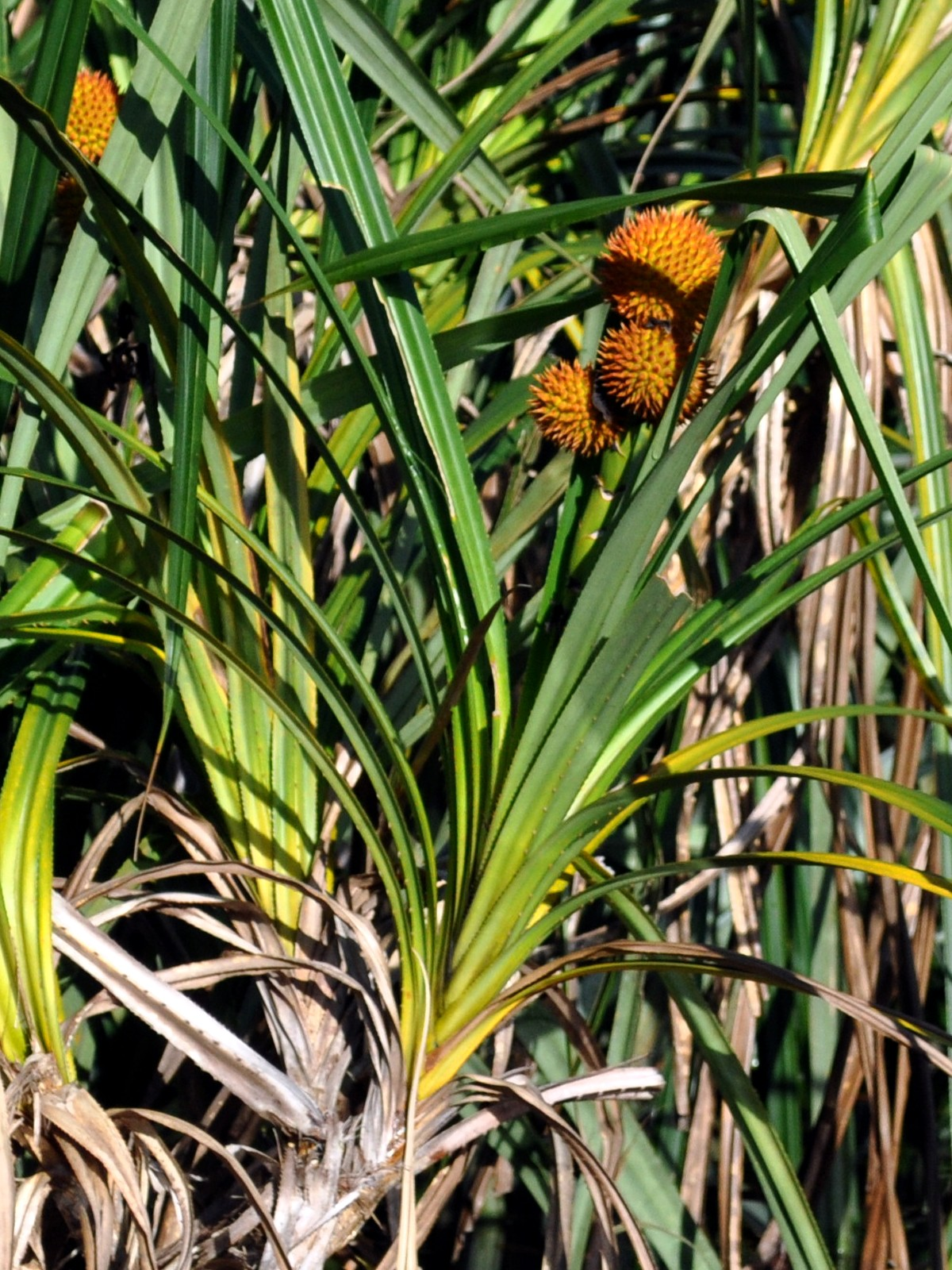
Benstonea affinis
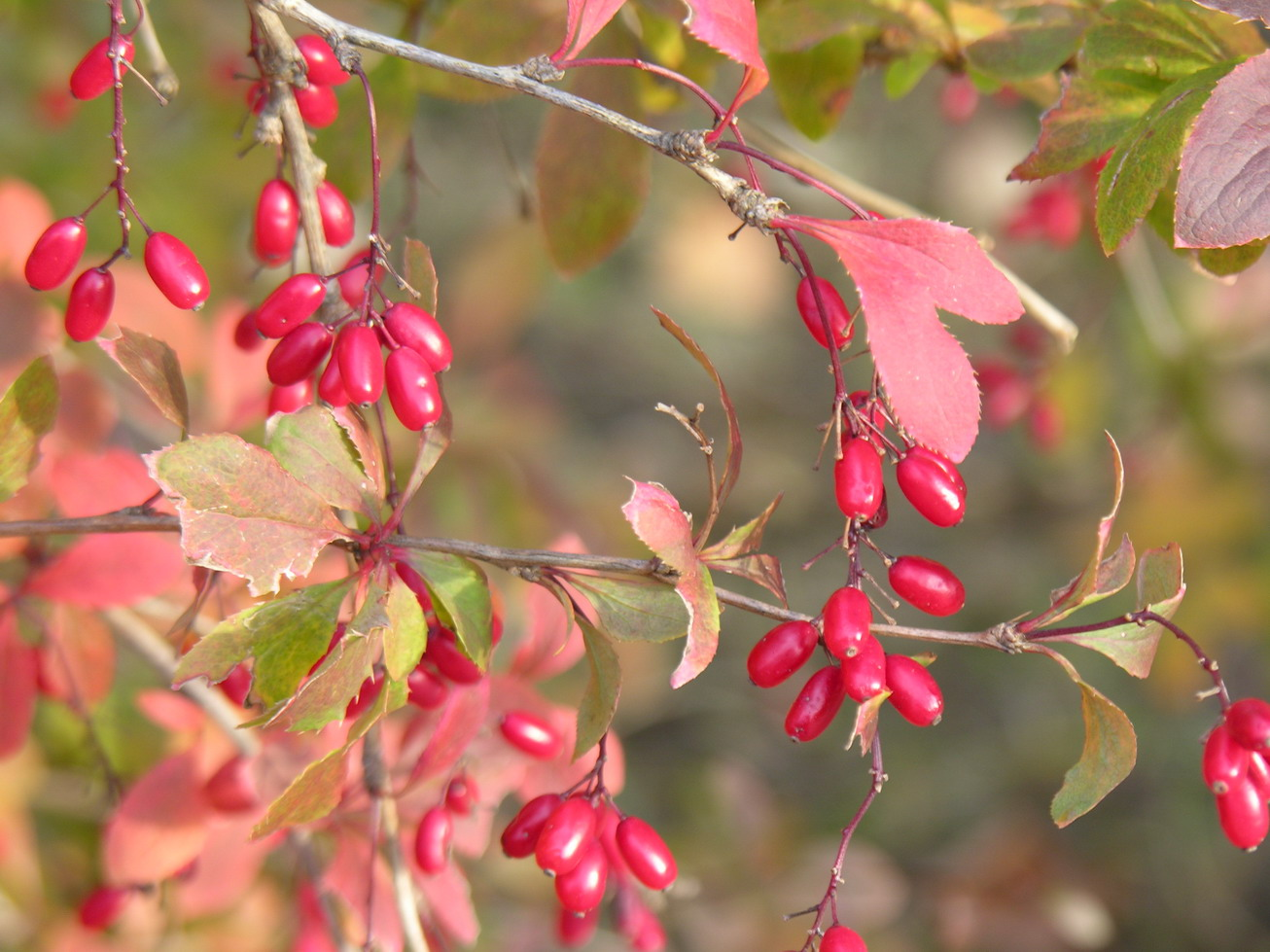
Berberitze
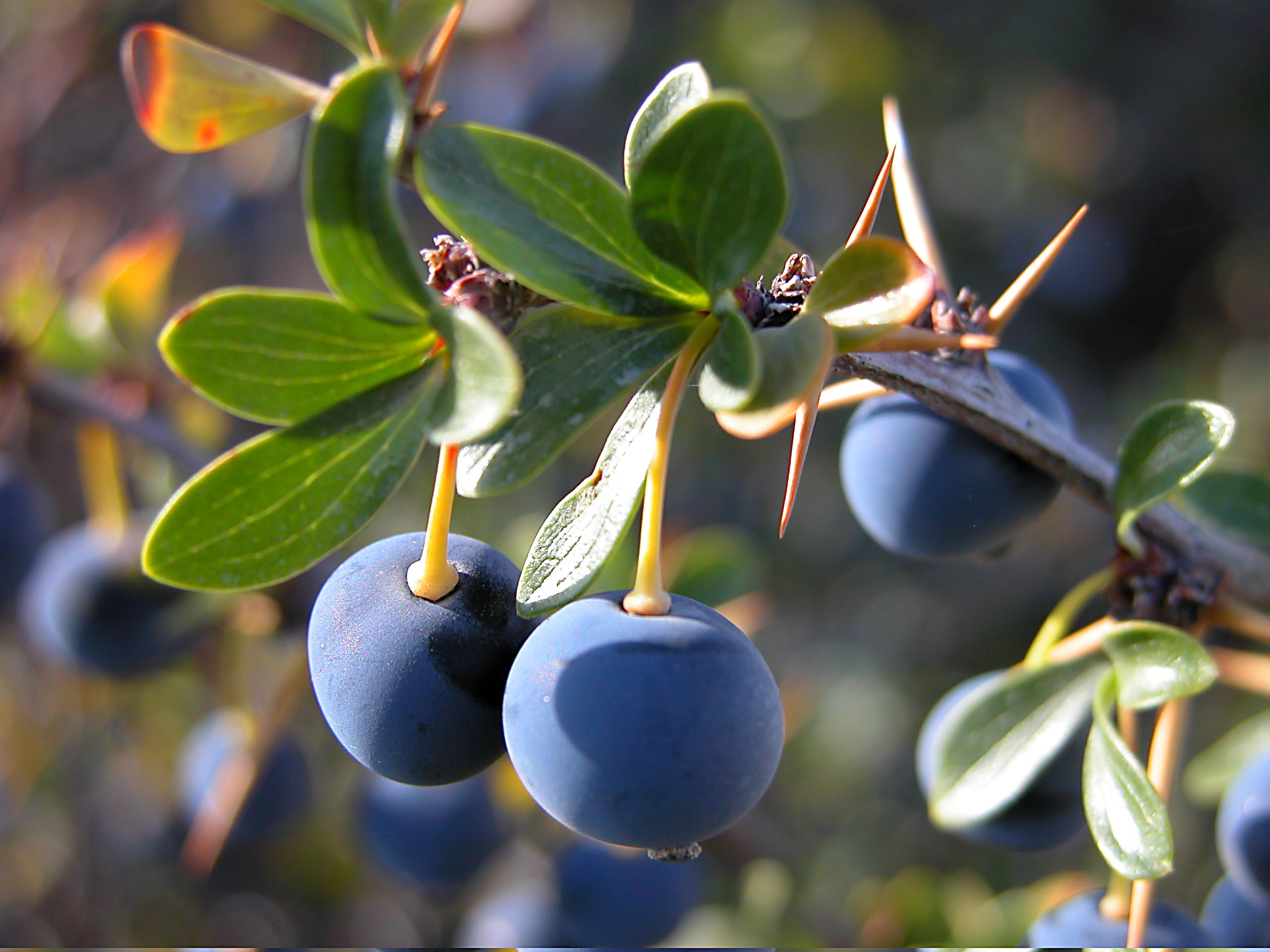
Buchsblättrige Berberitze (Calafate)
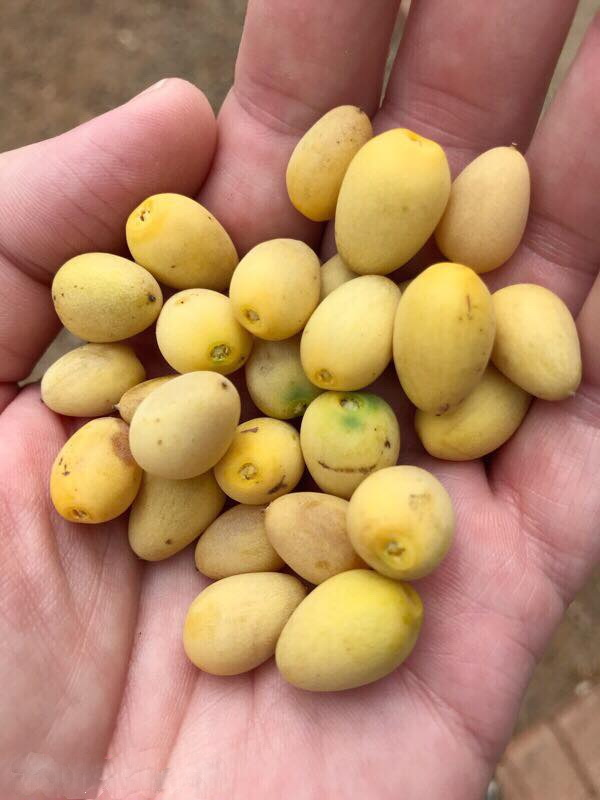
Berchemia discolor
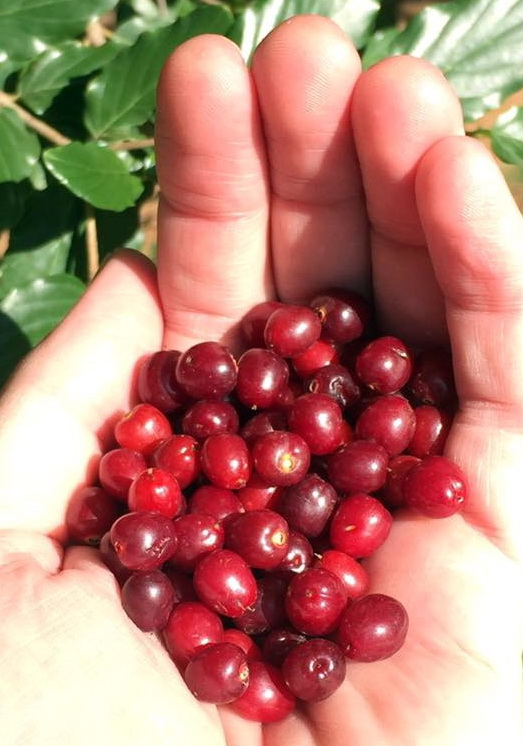
Berchemia zeyheri
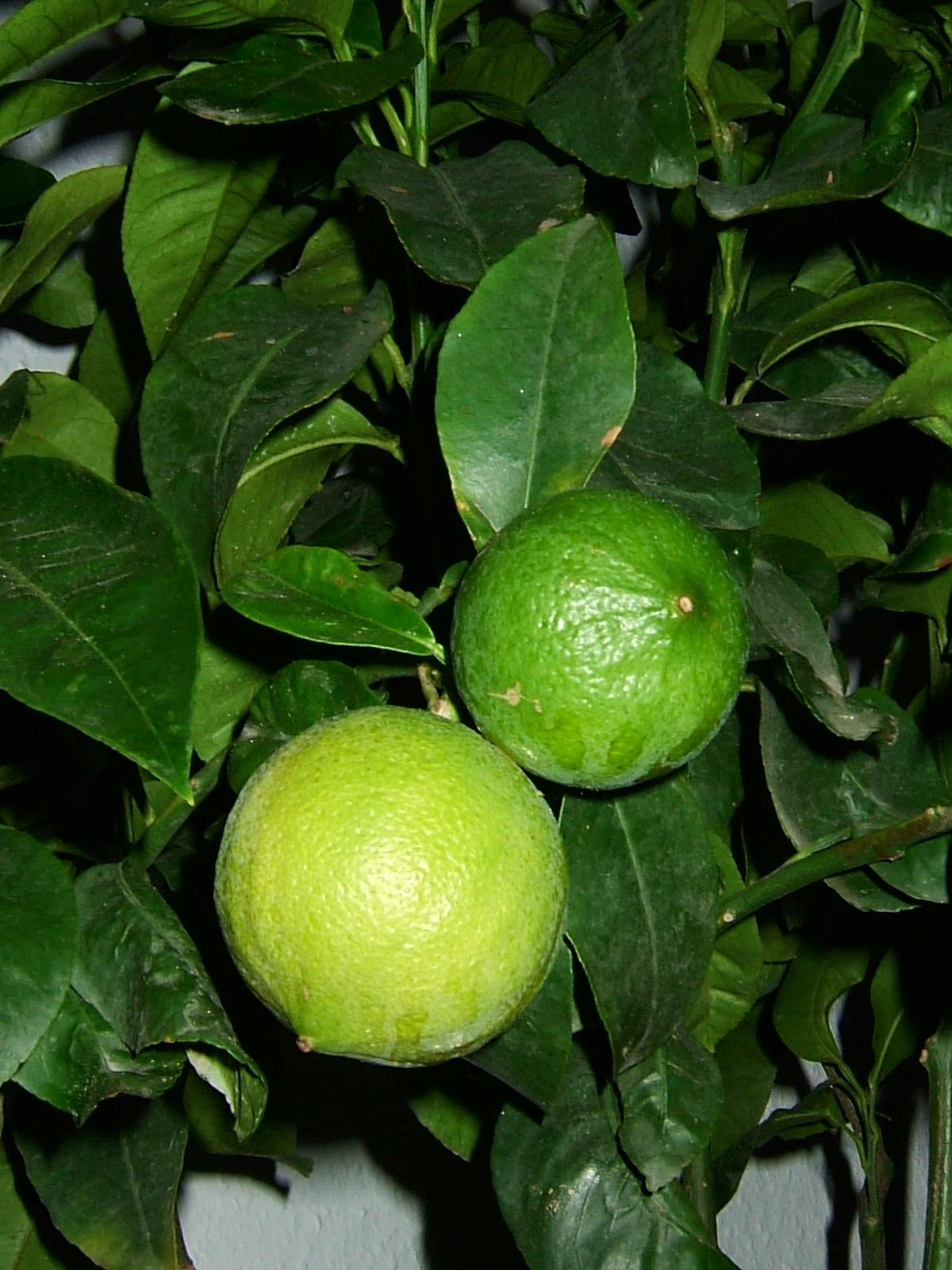
Bergamotte
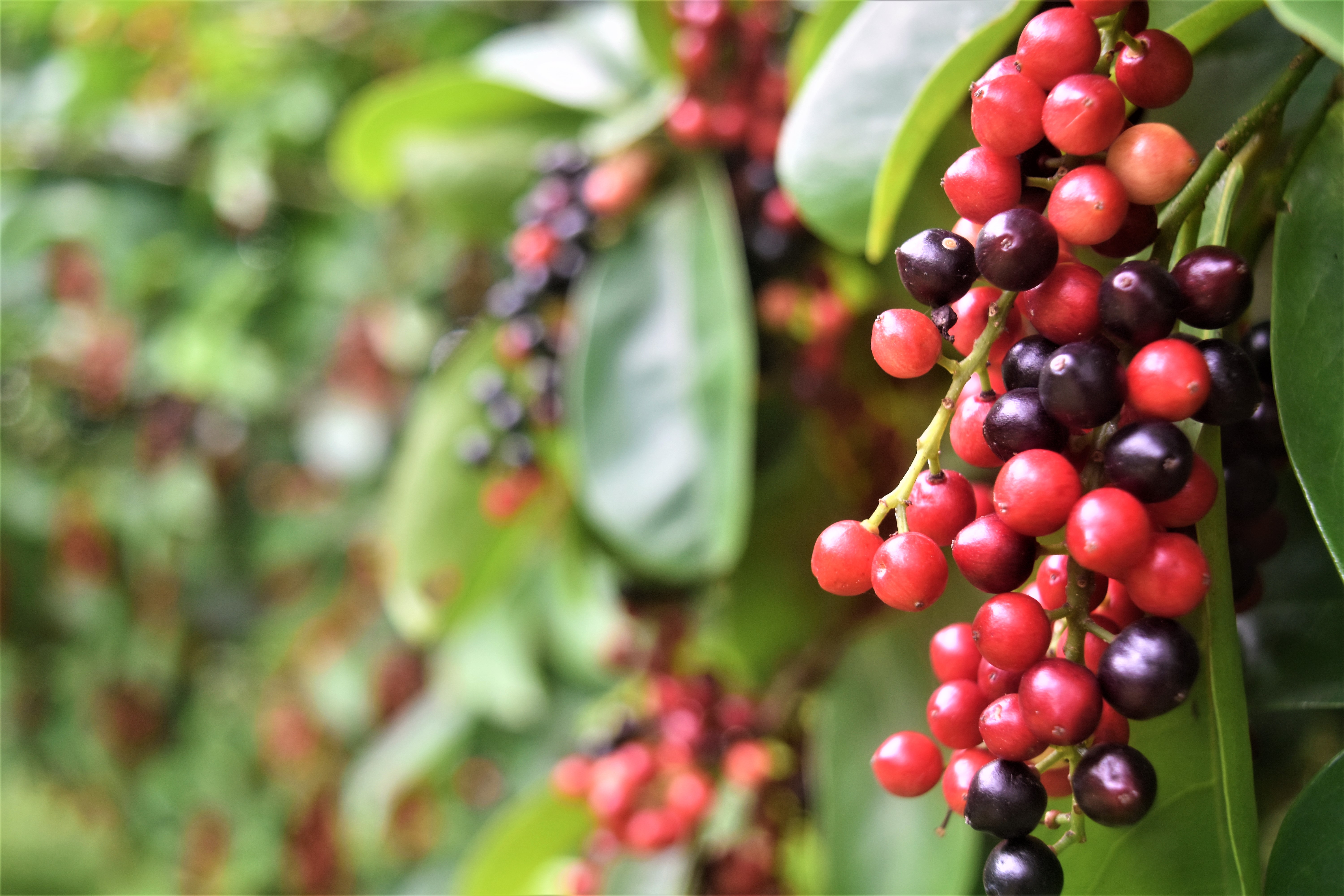
Bignay, Bignai
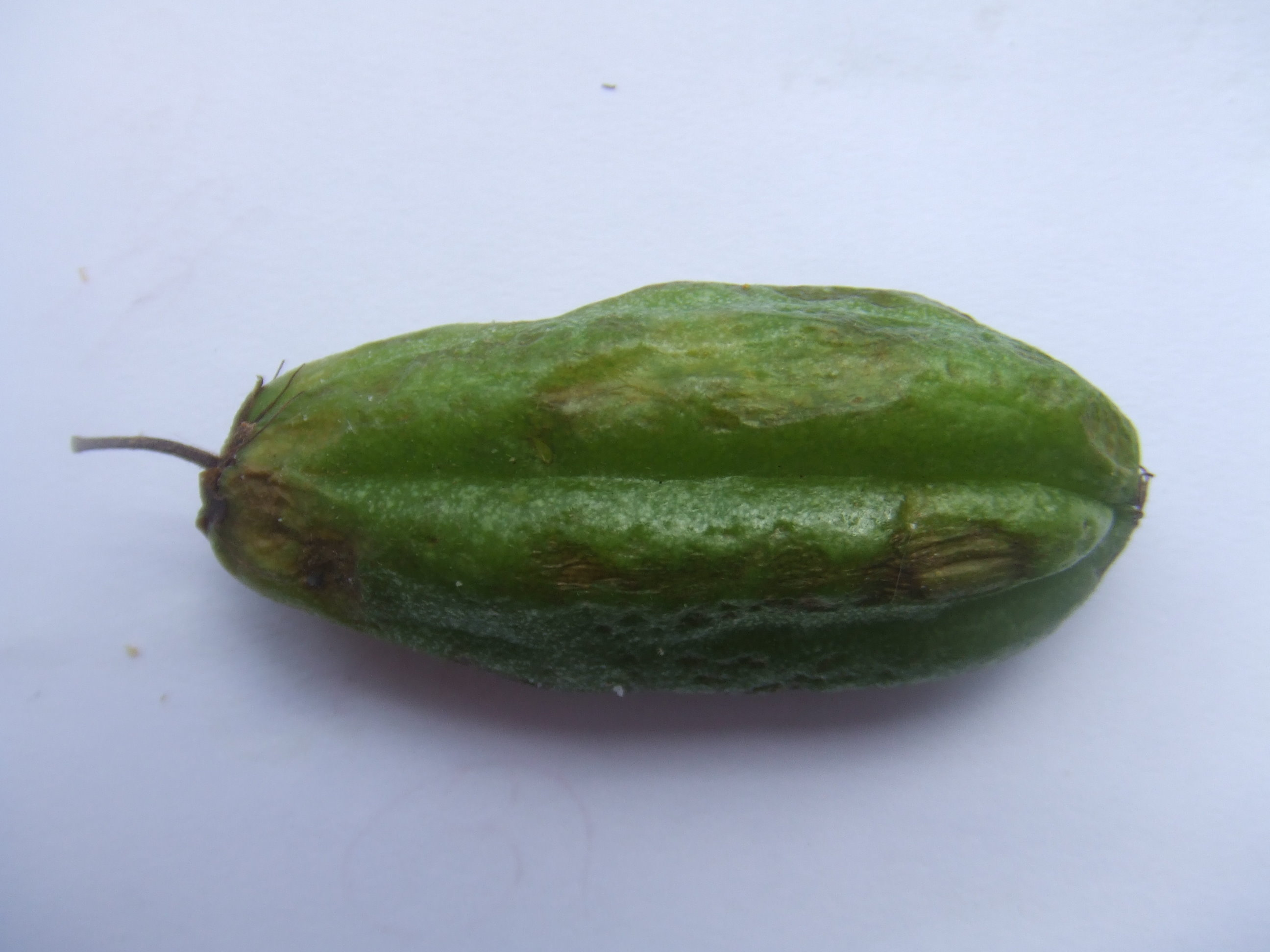
Bilimbi
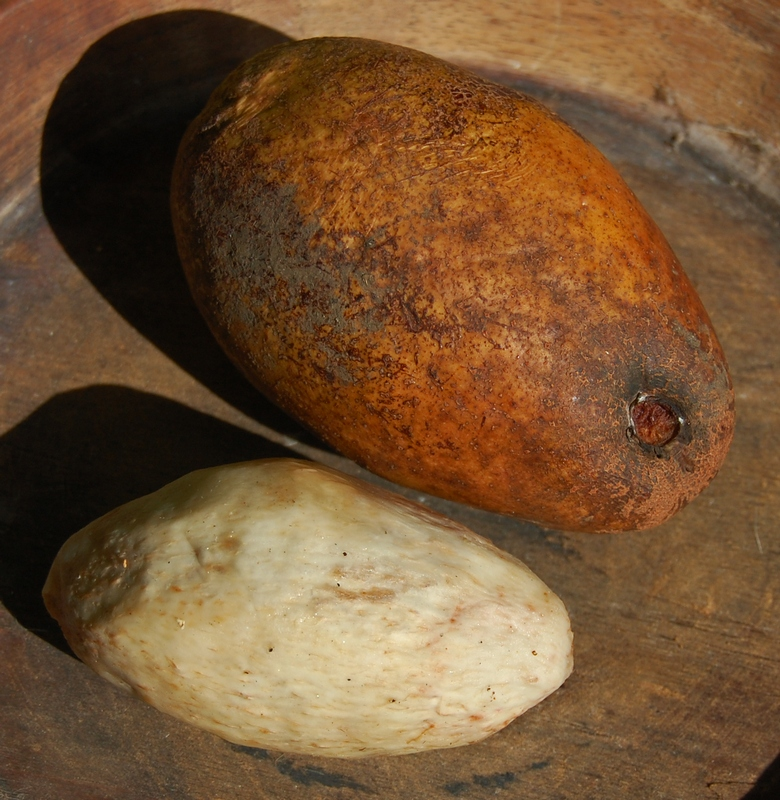
Binjai (Wanyi)
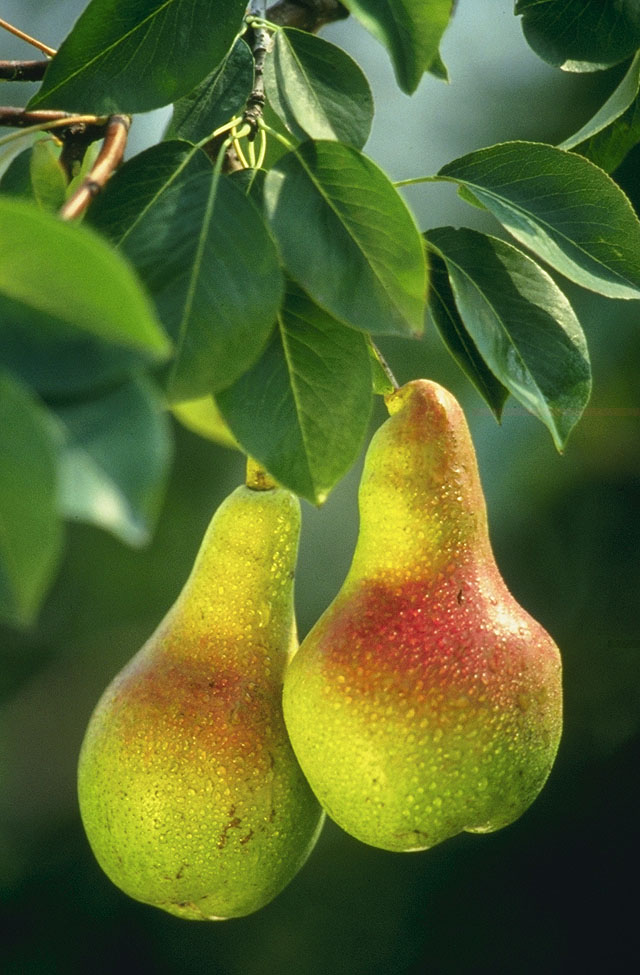
Birne
Bischofia javanica
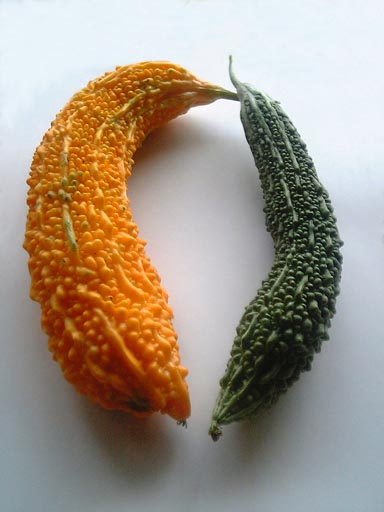
Bittermelone
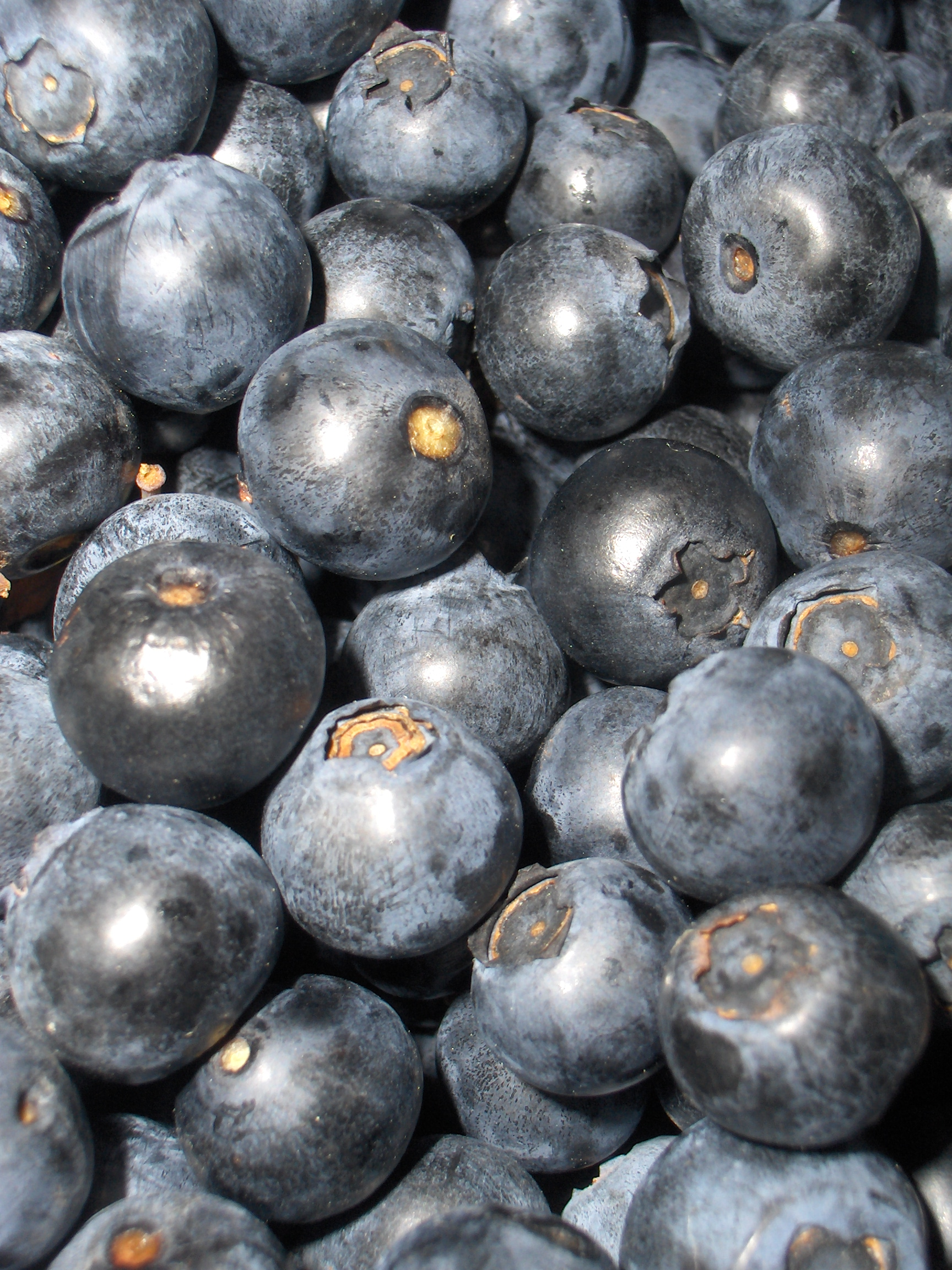
Blaubeere (Heidelbeere)
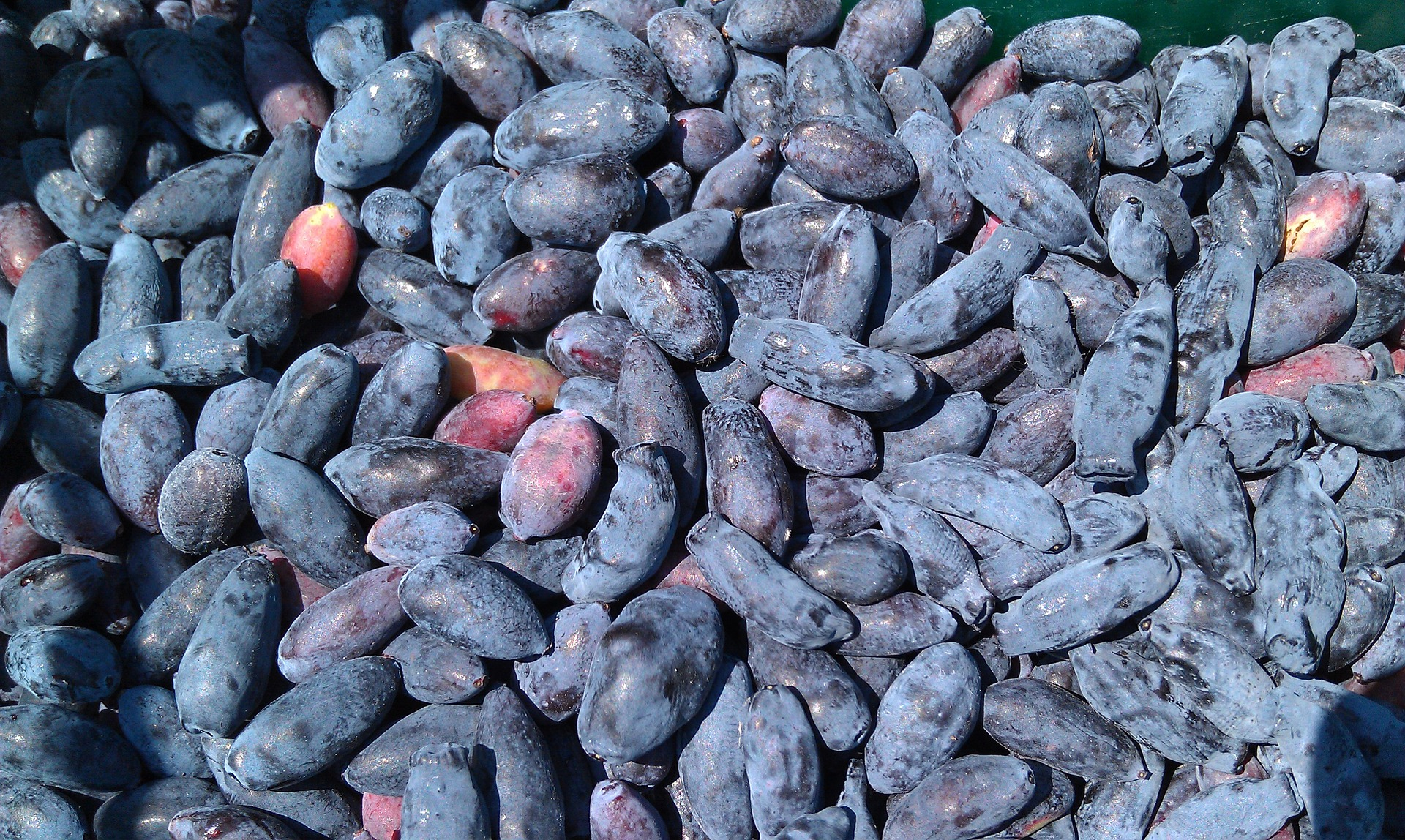
Blaue Heckenkirsche, Kamtschatka-Heckenkirsche
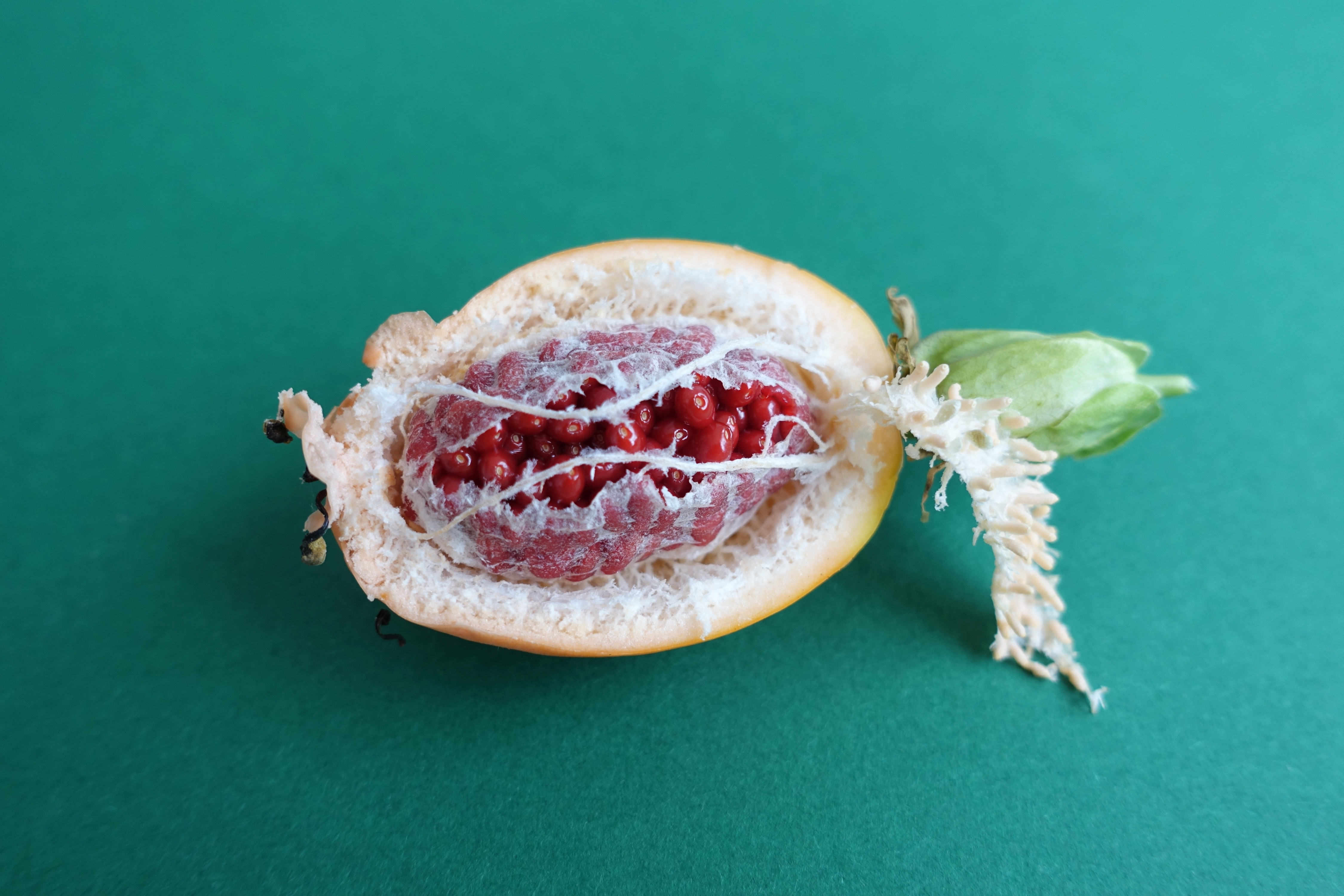
Blaue Passionsblume
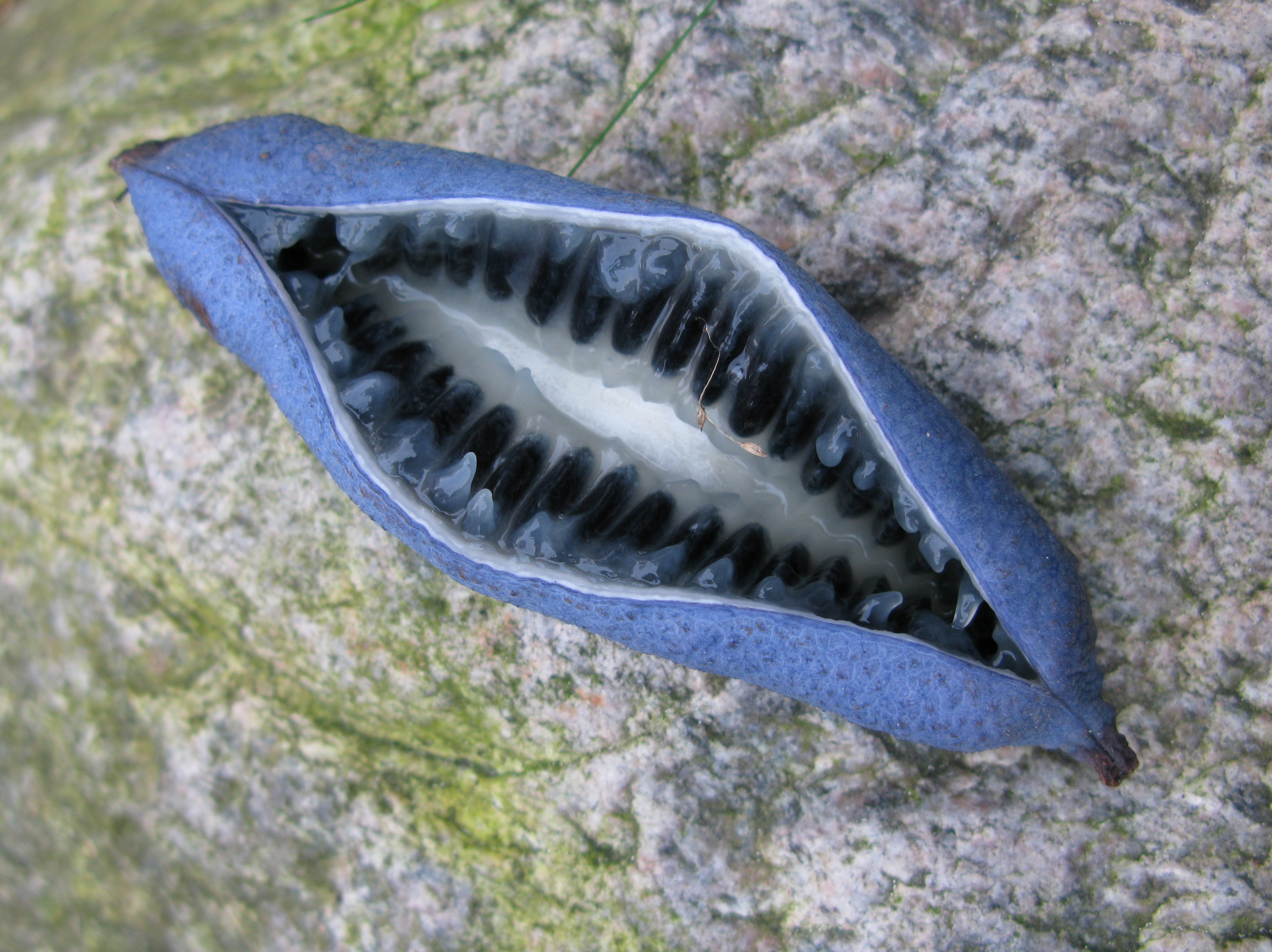
Blaugurke
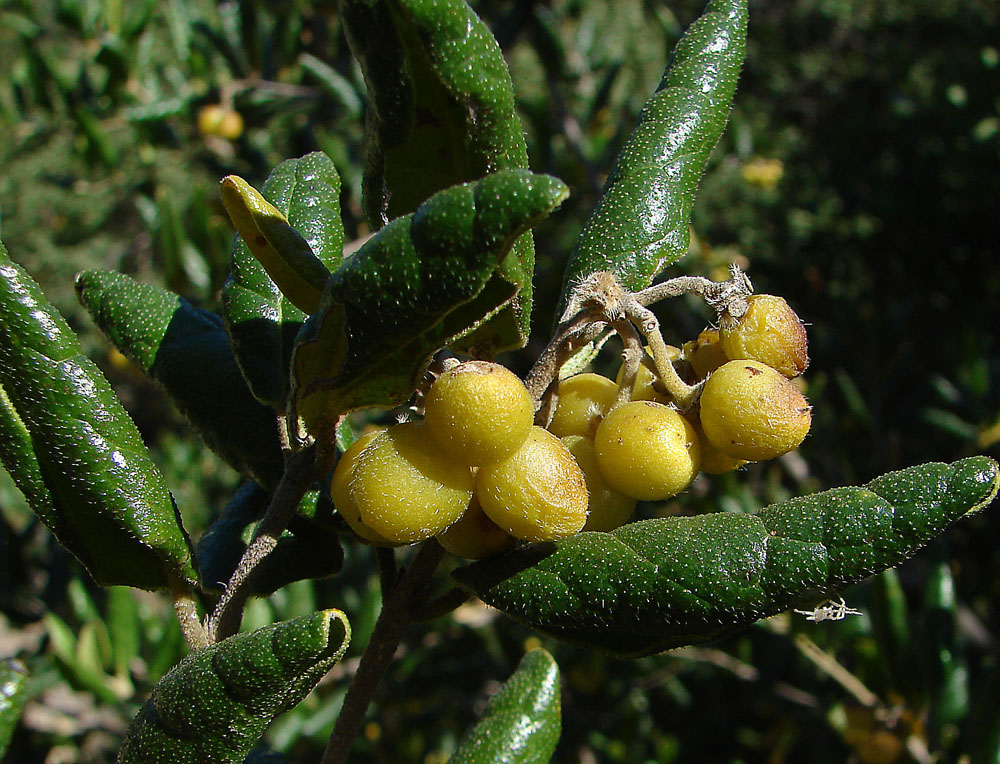
Boldo
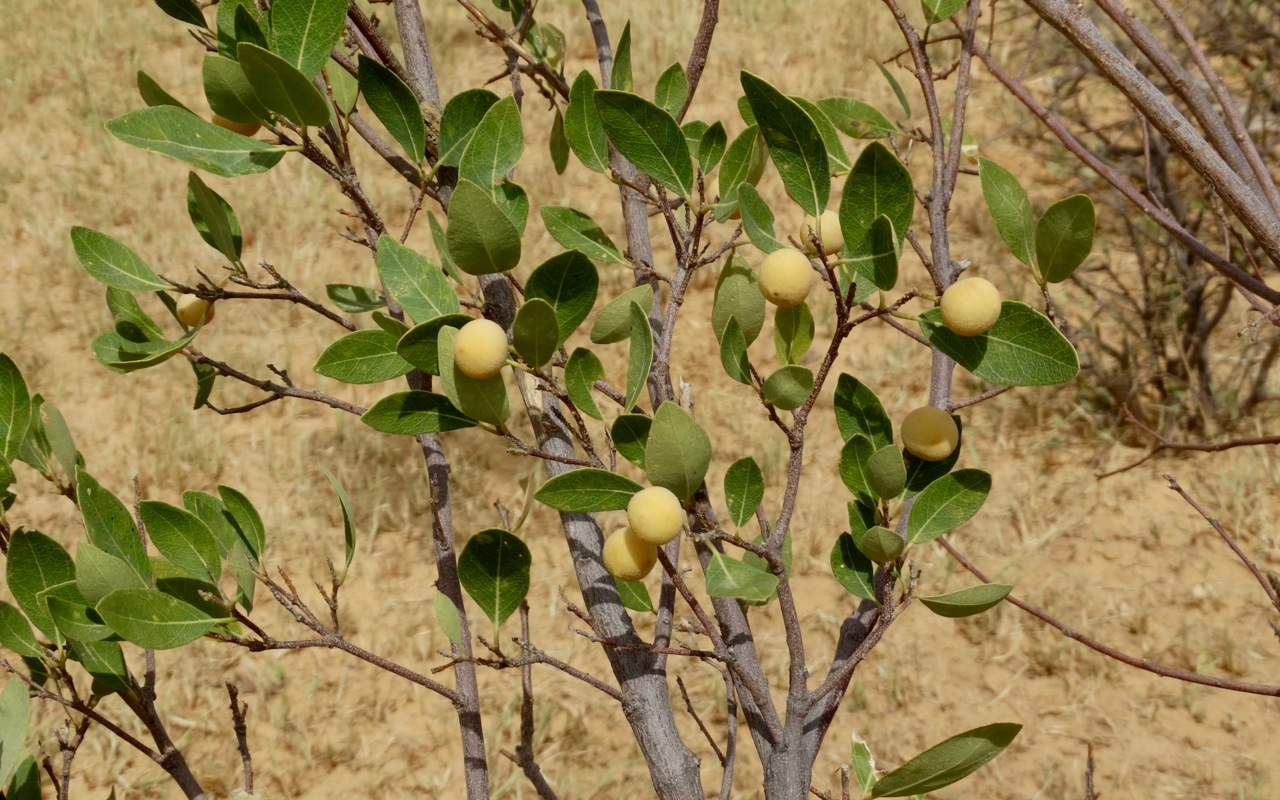
Boscia senegalensis
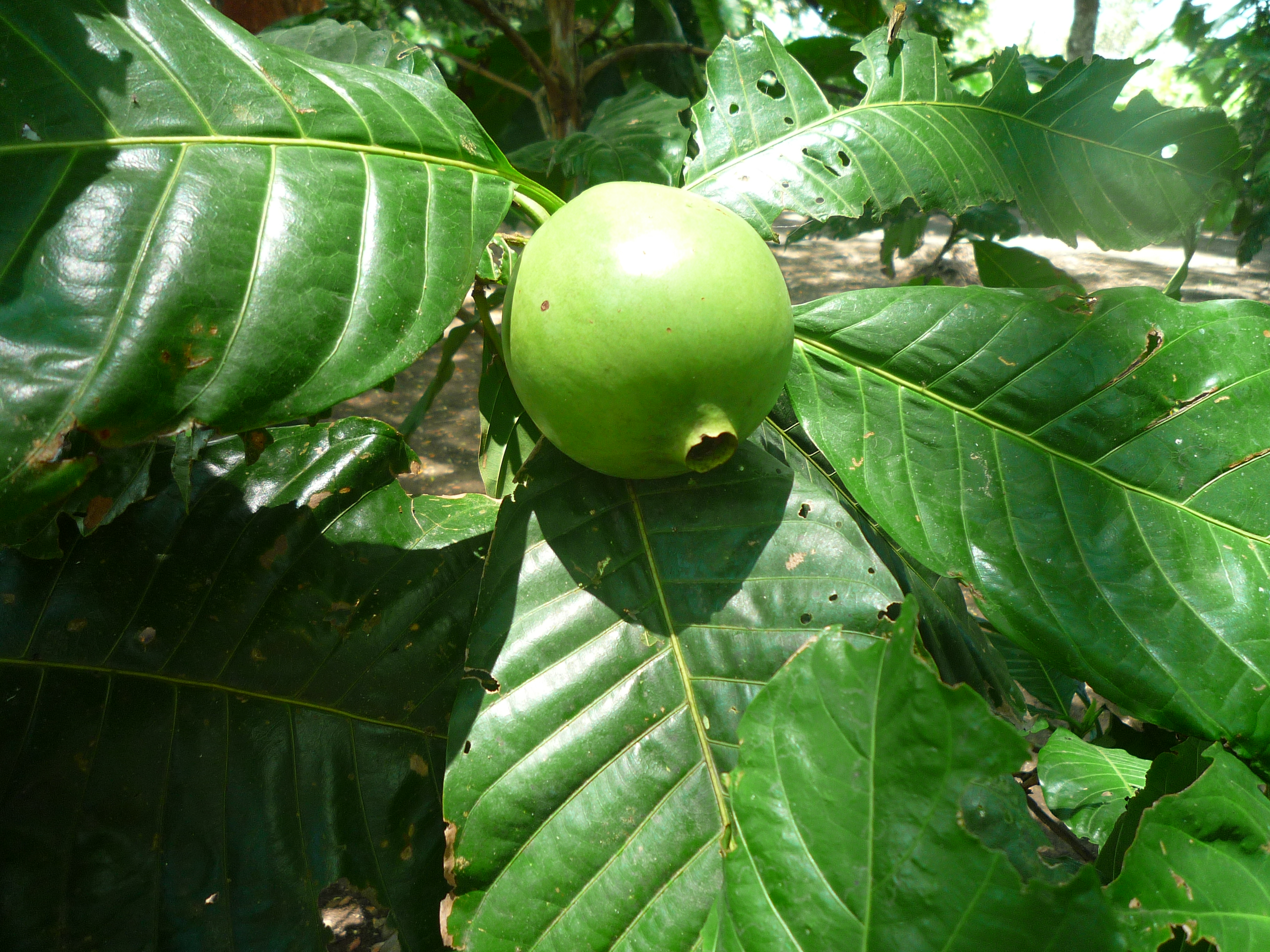
Borojo (Syn.: Borojoa patinoi)
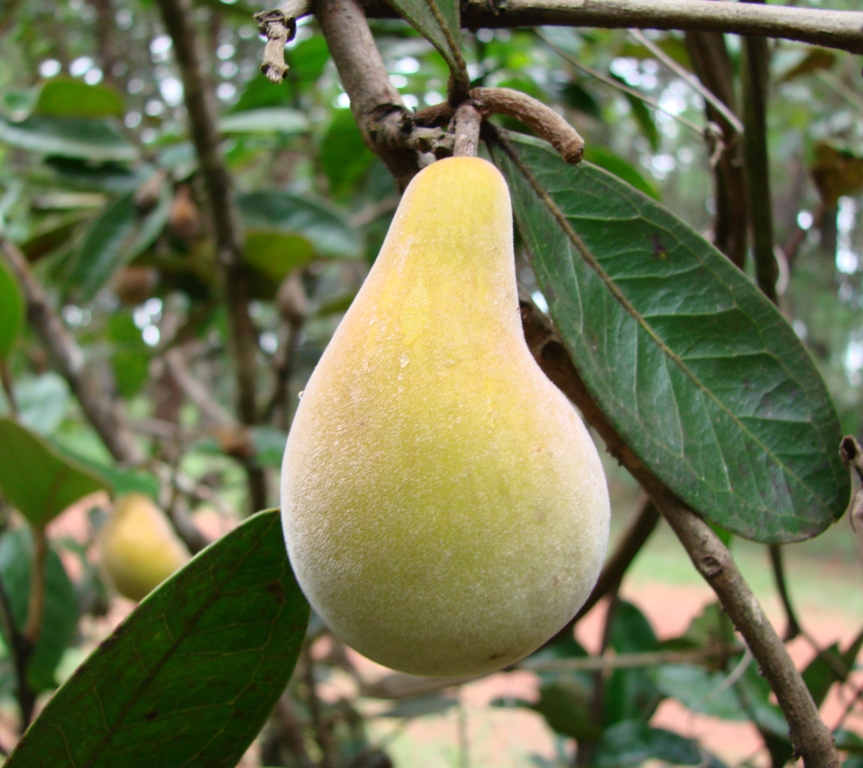
Brasilianische Birne
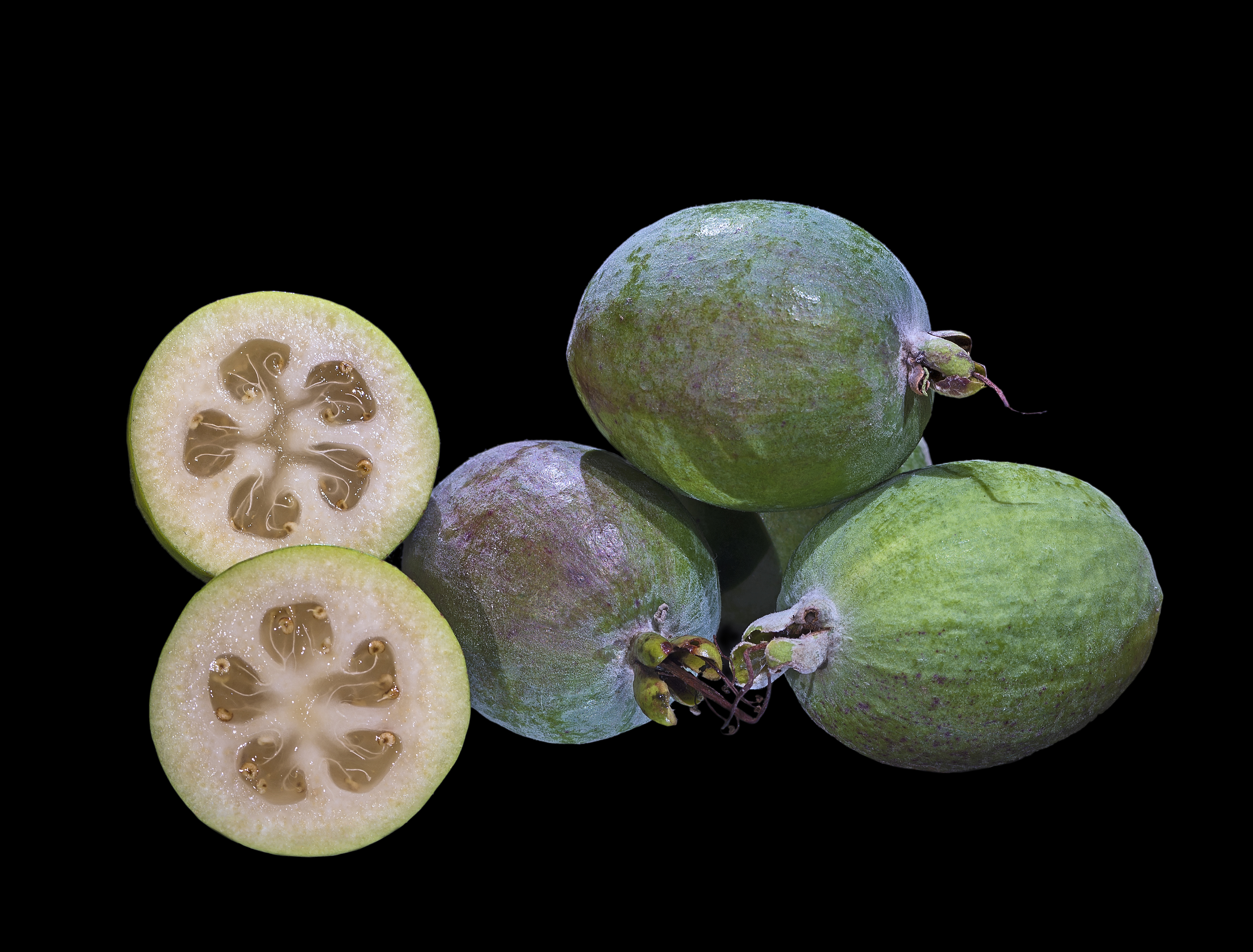
Brasilianische Guave (Feijoa)
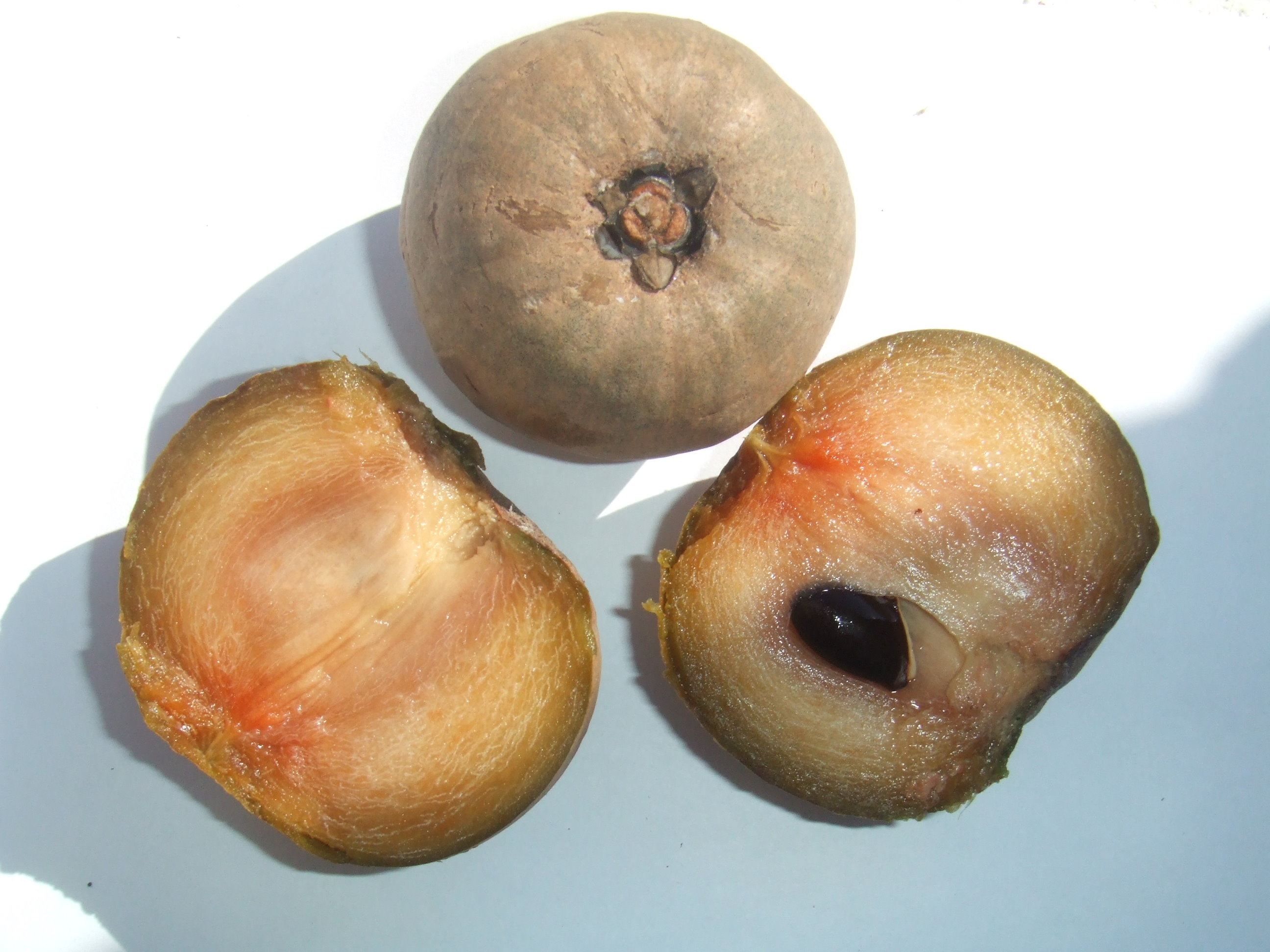
Breiapfelbaum (Sapotille)
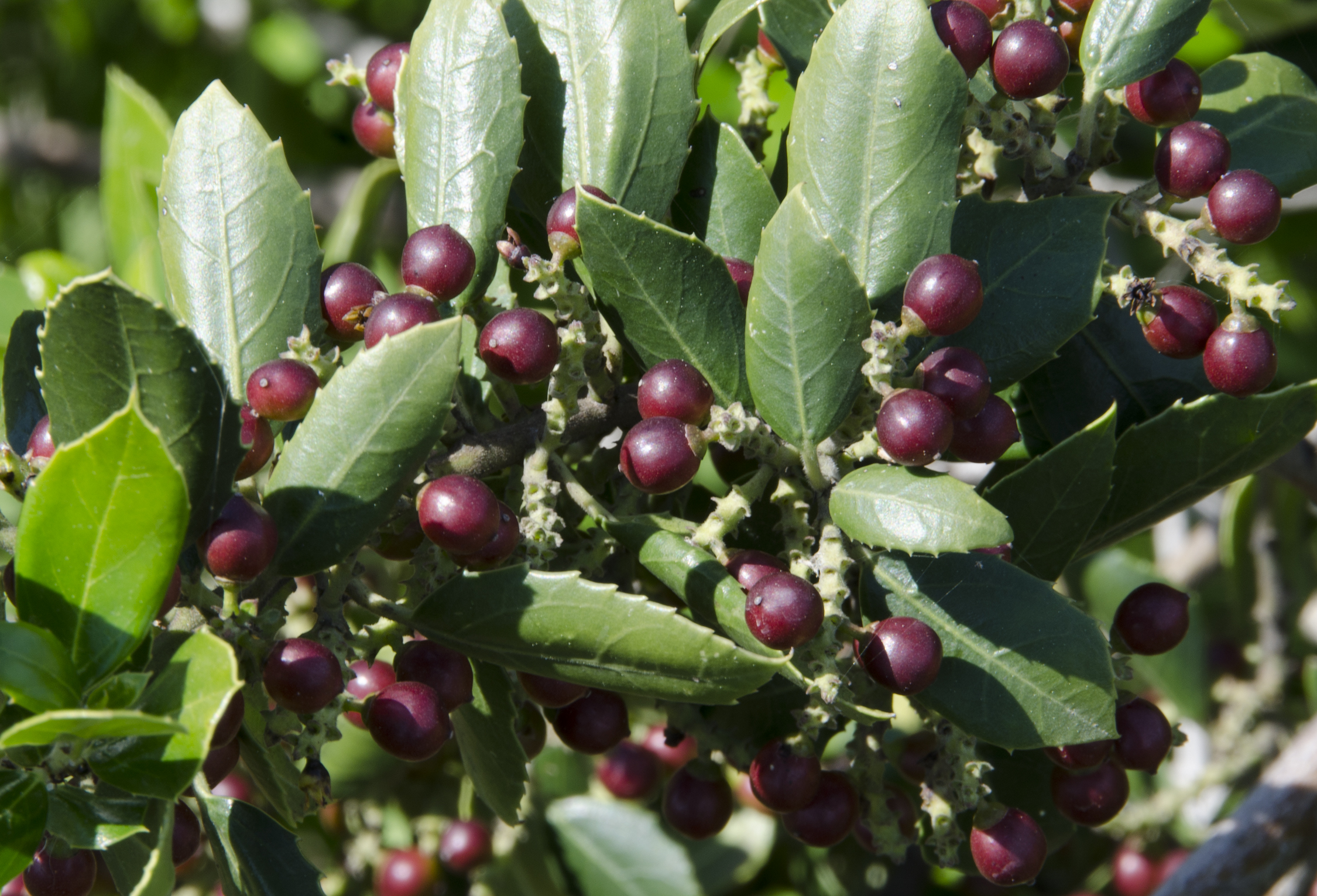
Breitblättrige Steinlinde
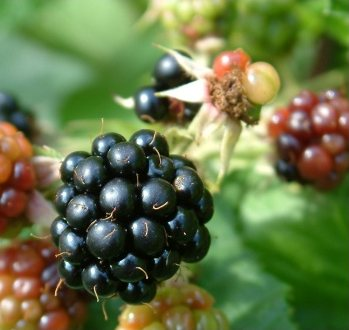
Brombeere (auch versch. Rubus-Arten)
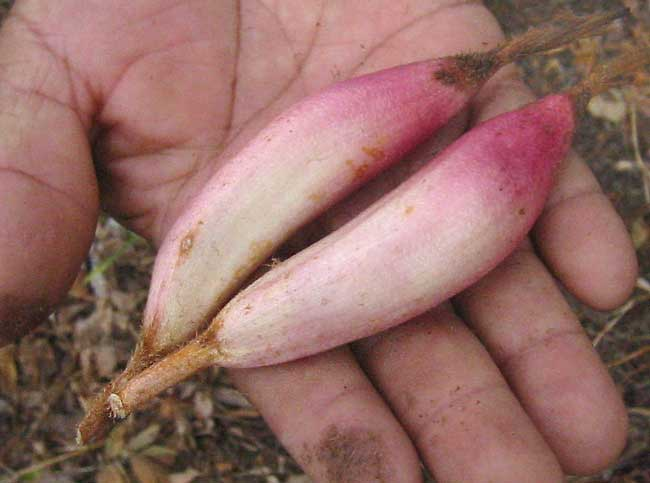
Bromelia karatas
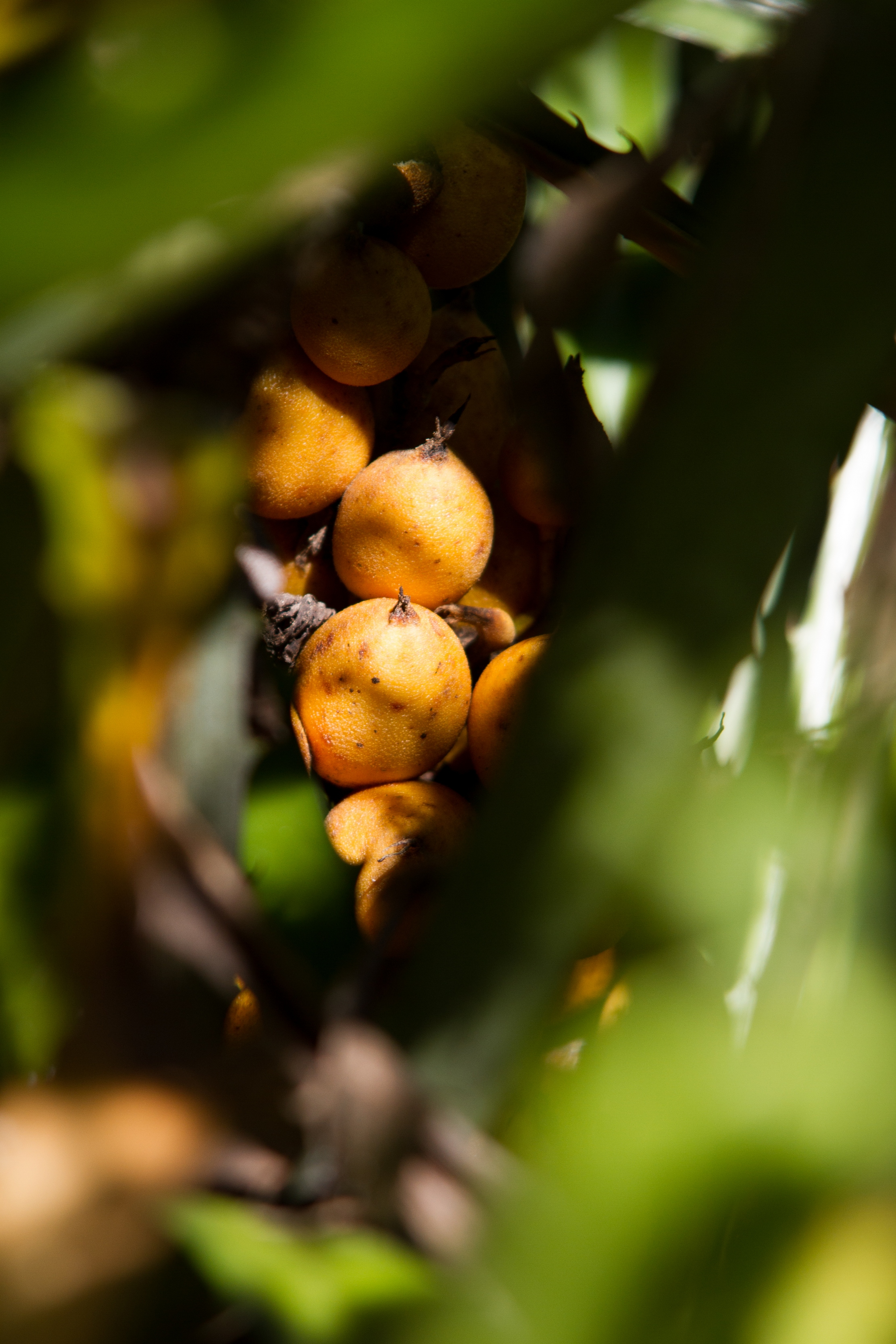
Bromelia pinguin
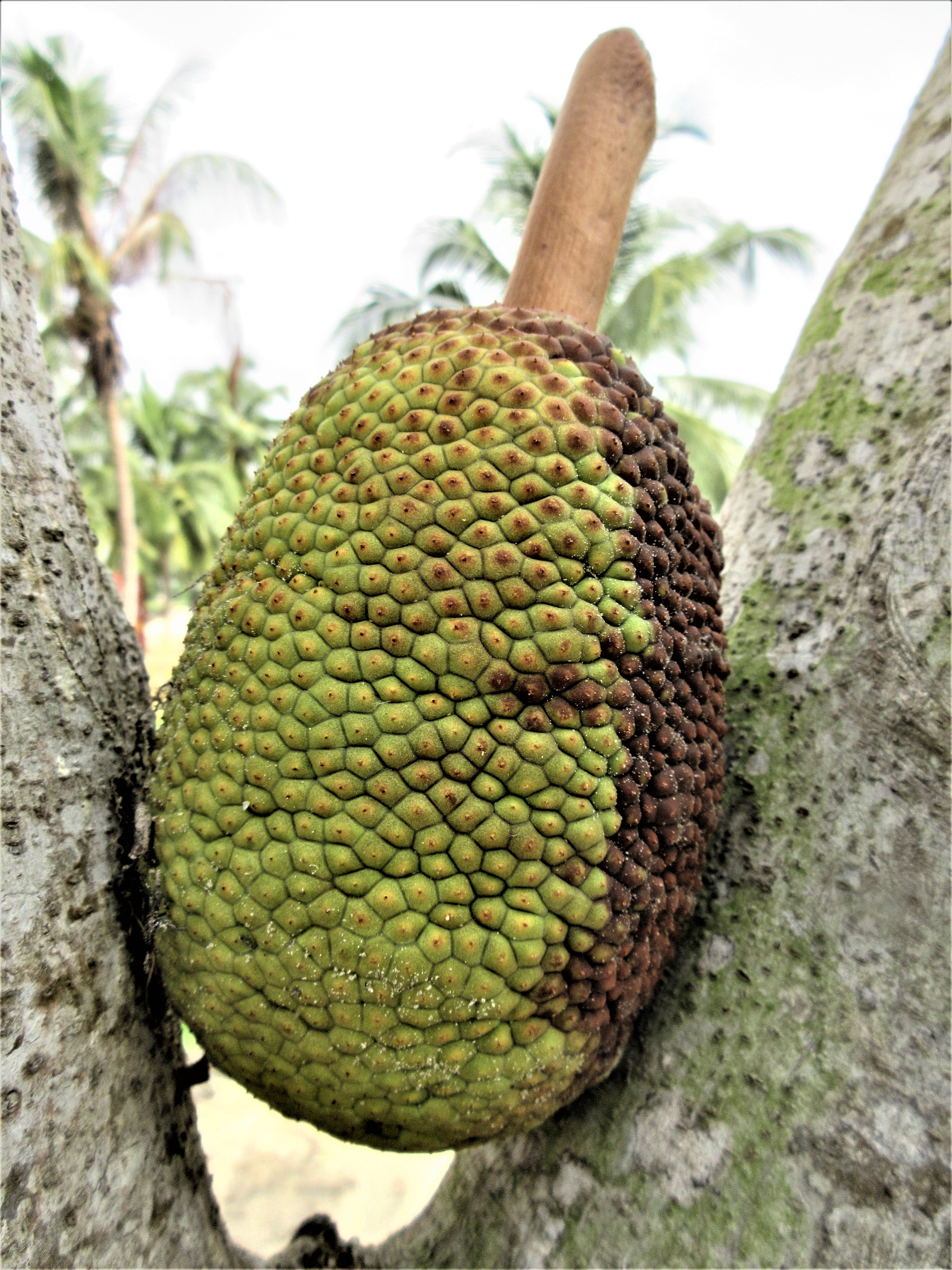
Brotfrucht
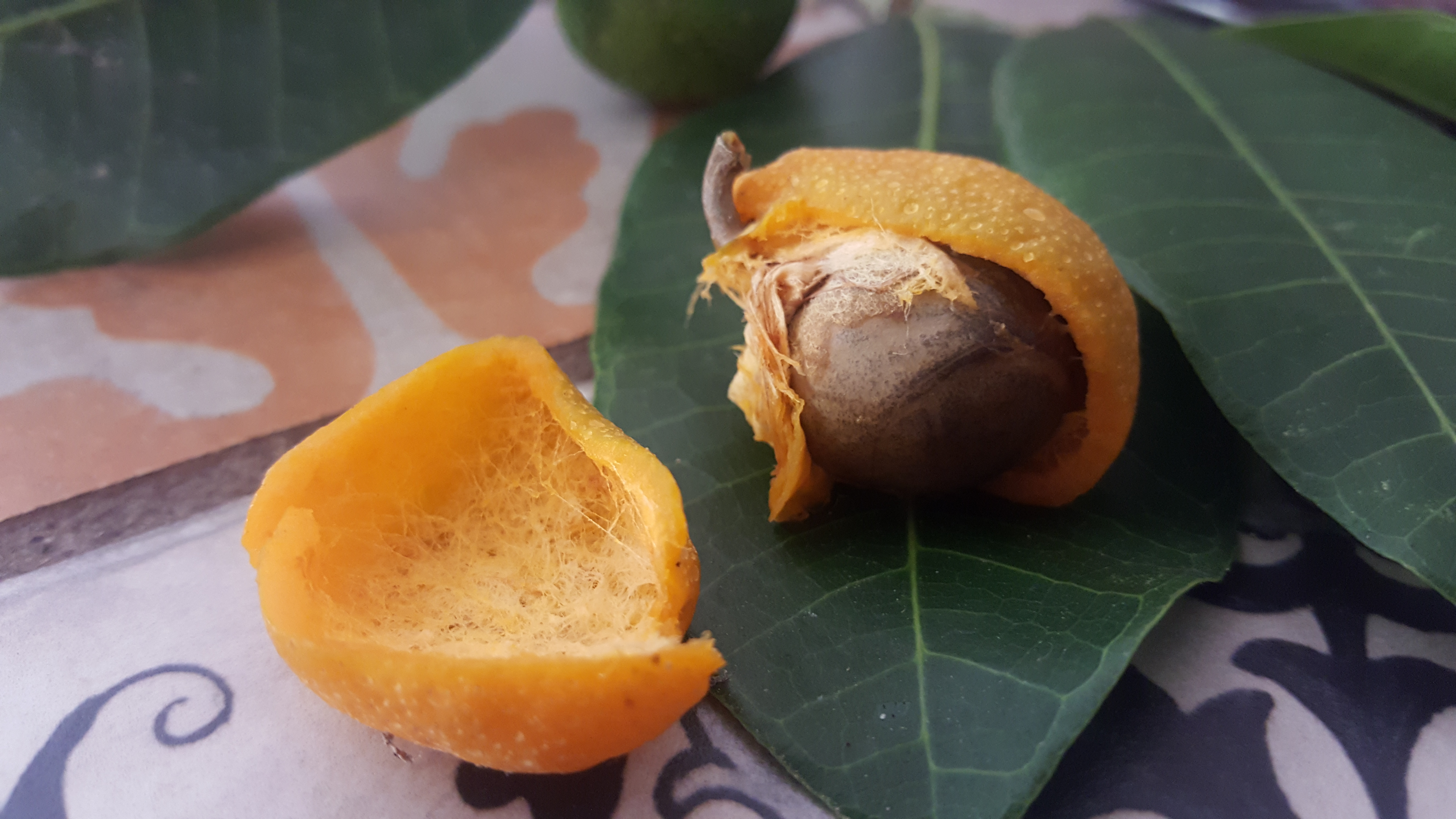
Brotnussbaum
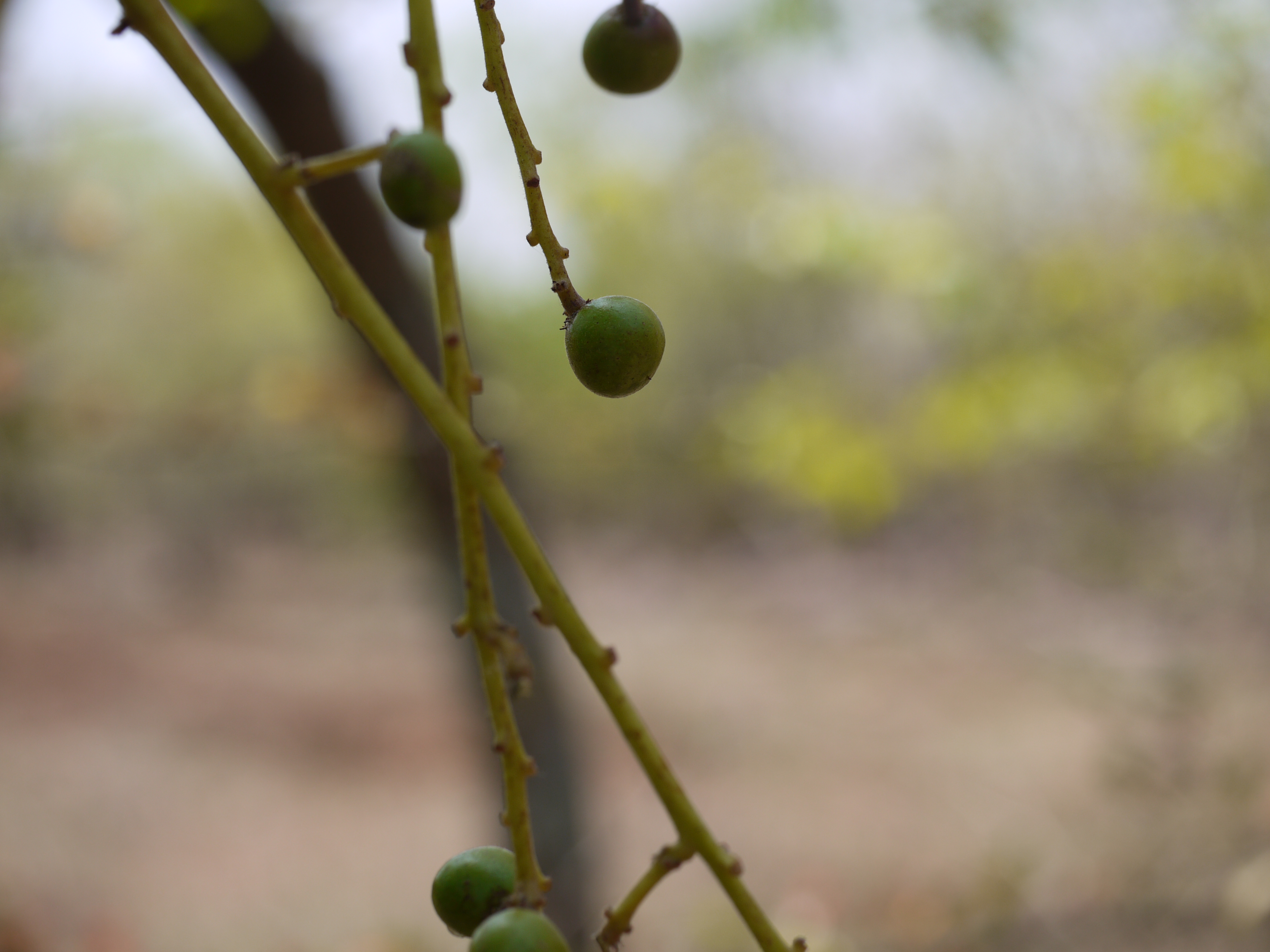
Buchanania lanzan
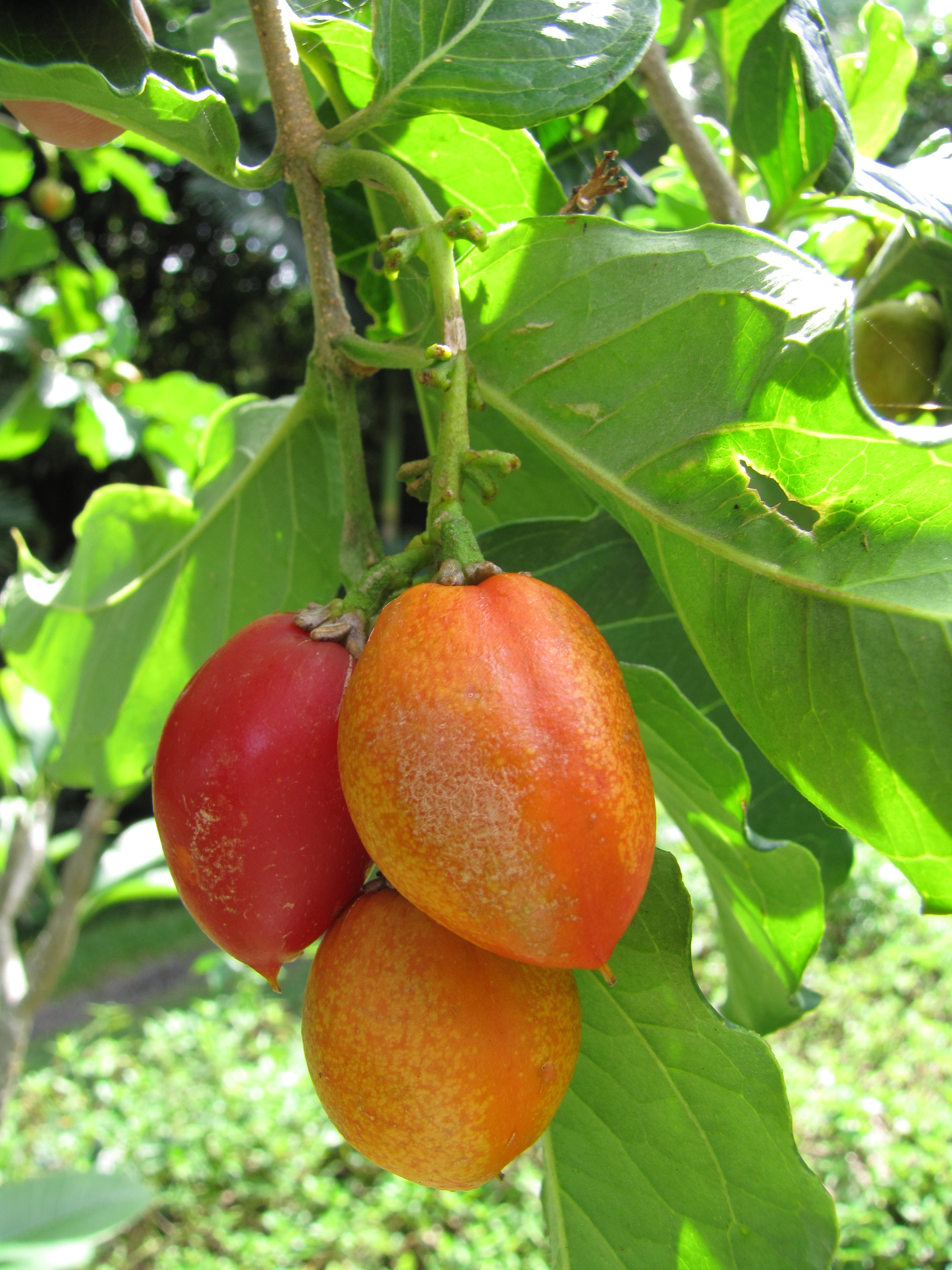
Bunchosia glandulifera
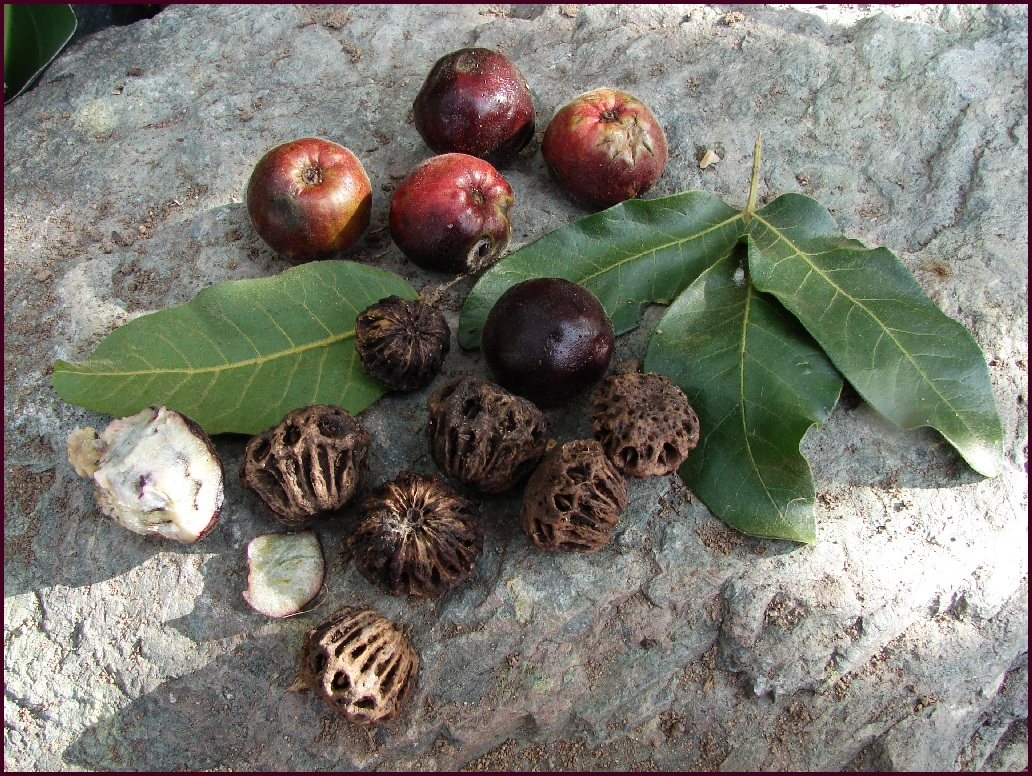
Burdekinpflaume
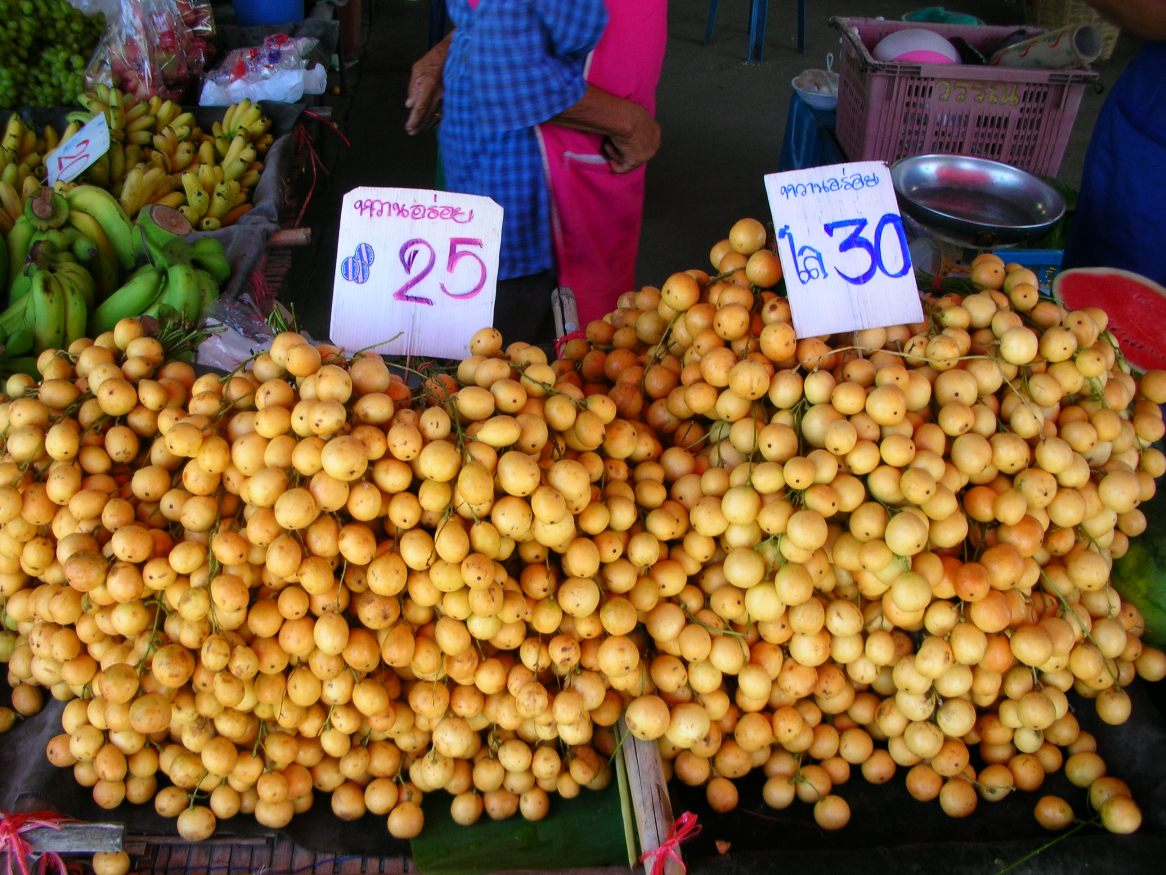
Burmesische Trauben
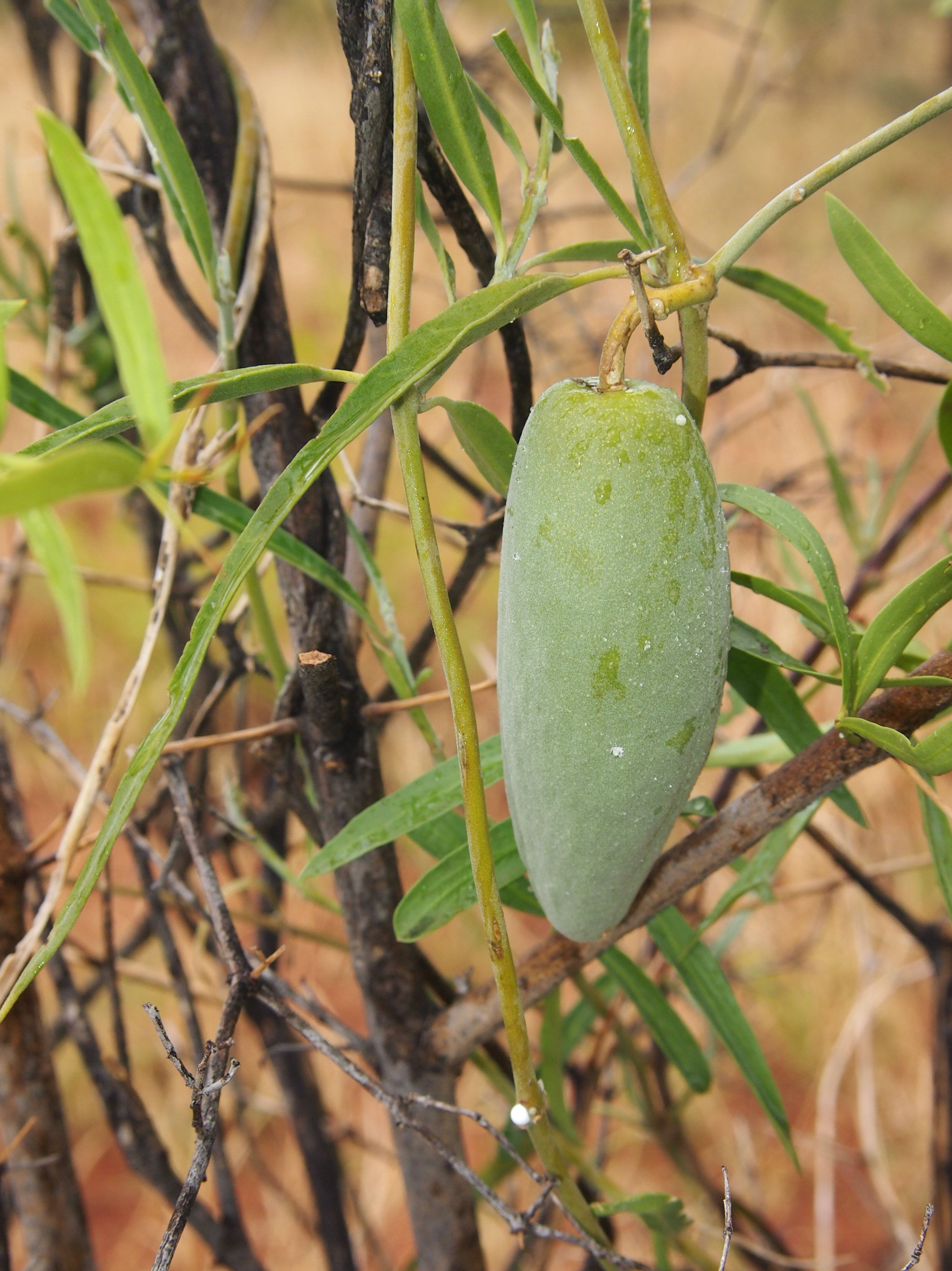
Buschbanane
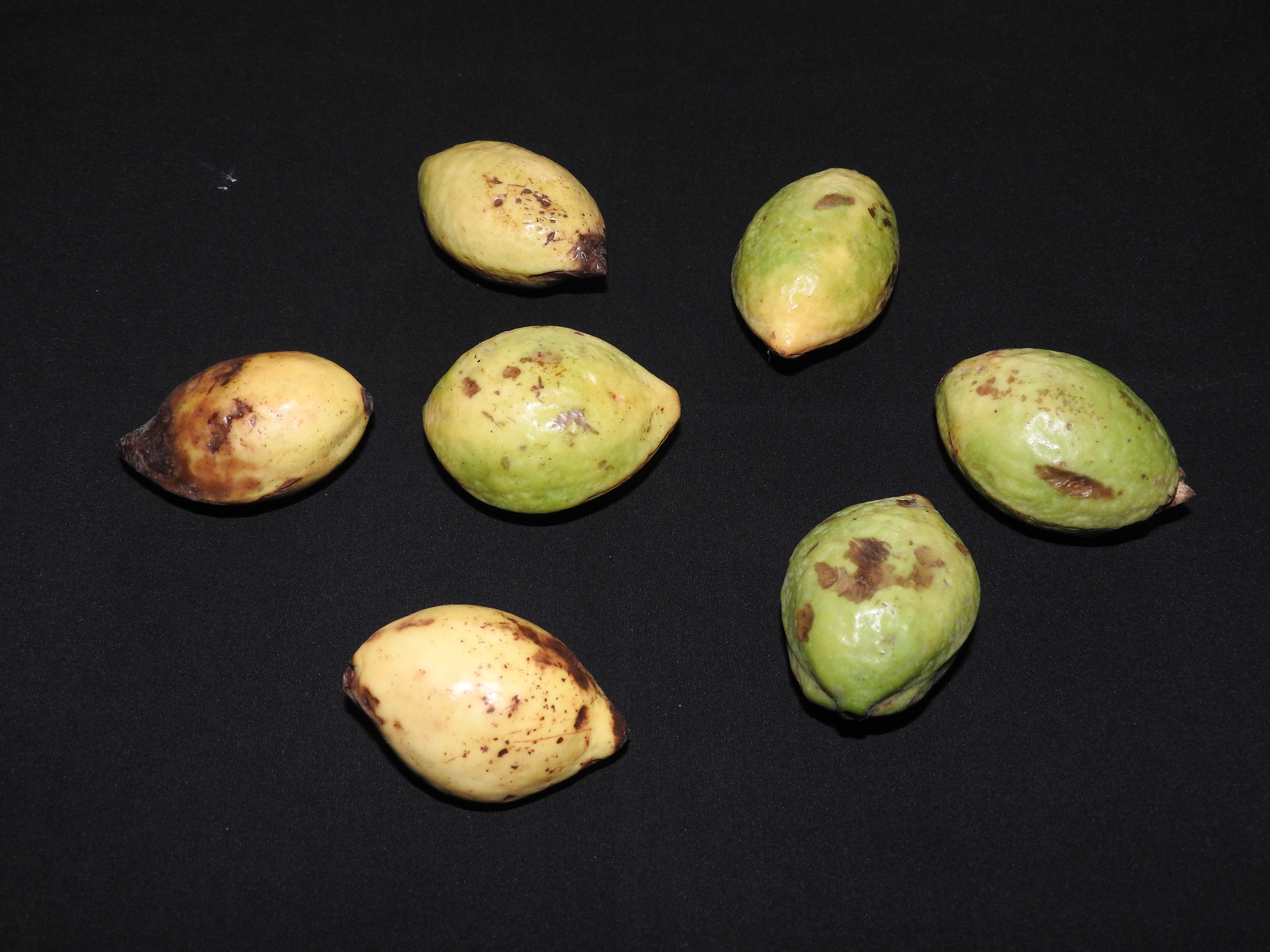
Buschpflaume (ähnliches Bild)
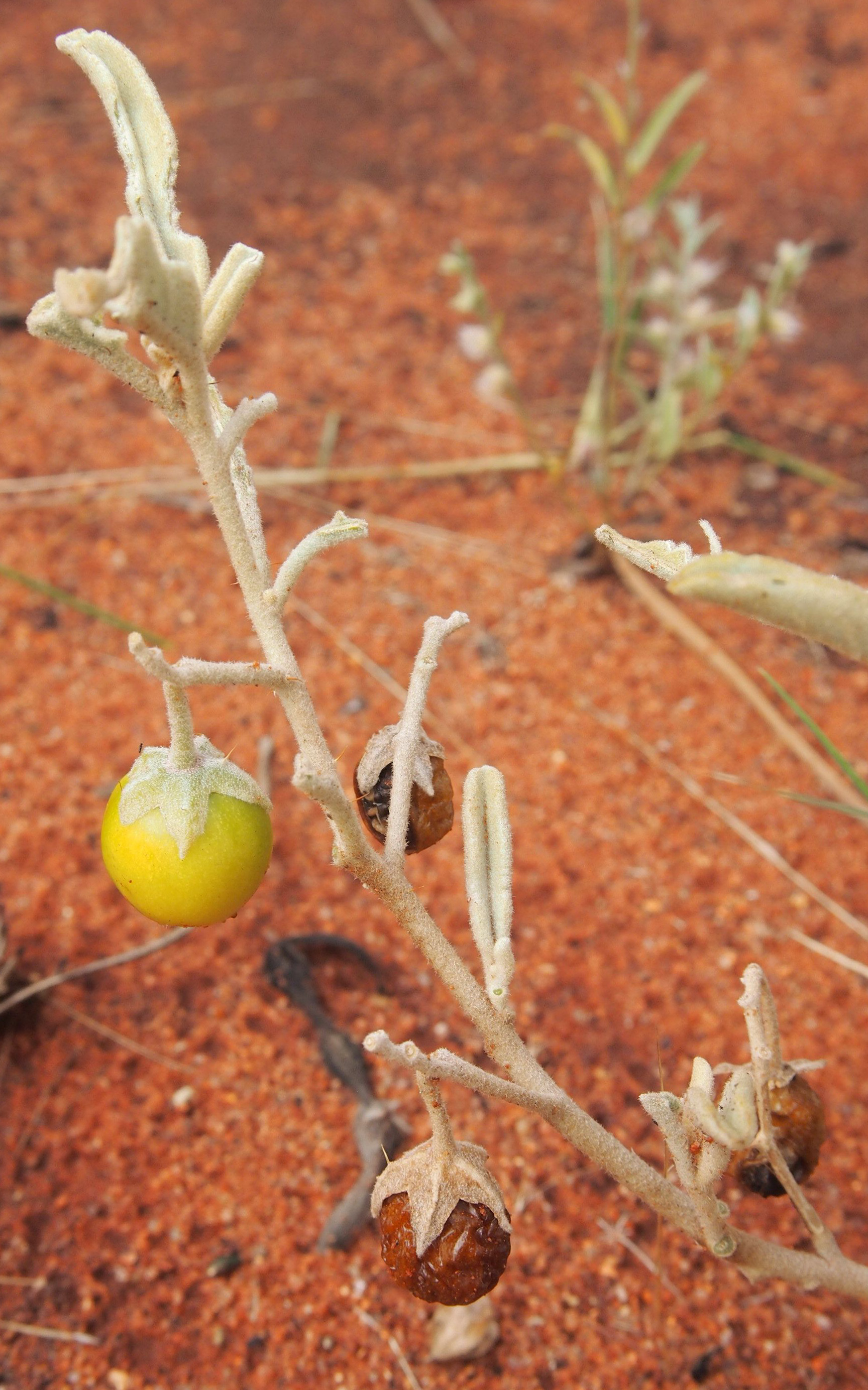
Buschtomate (Solanum centrale, Solanum chippendalei, Solanum vescum, und der Känguruapfel)
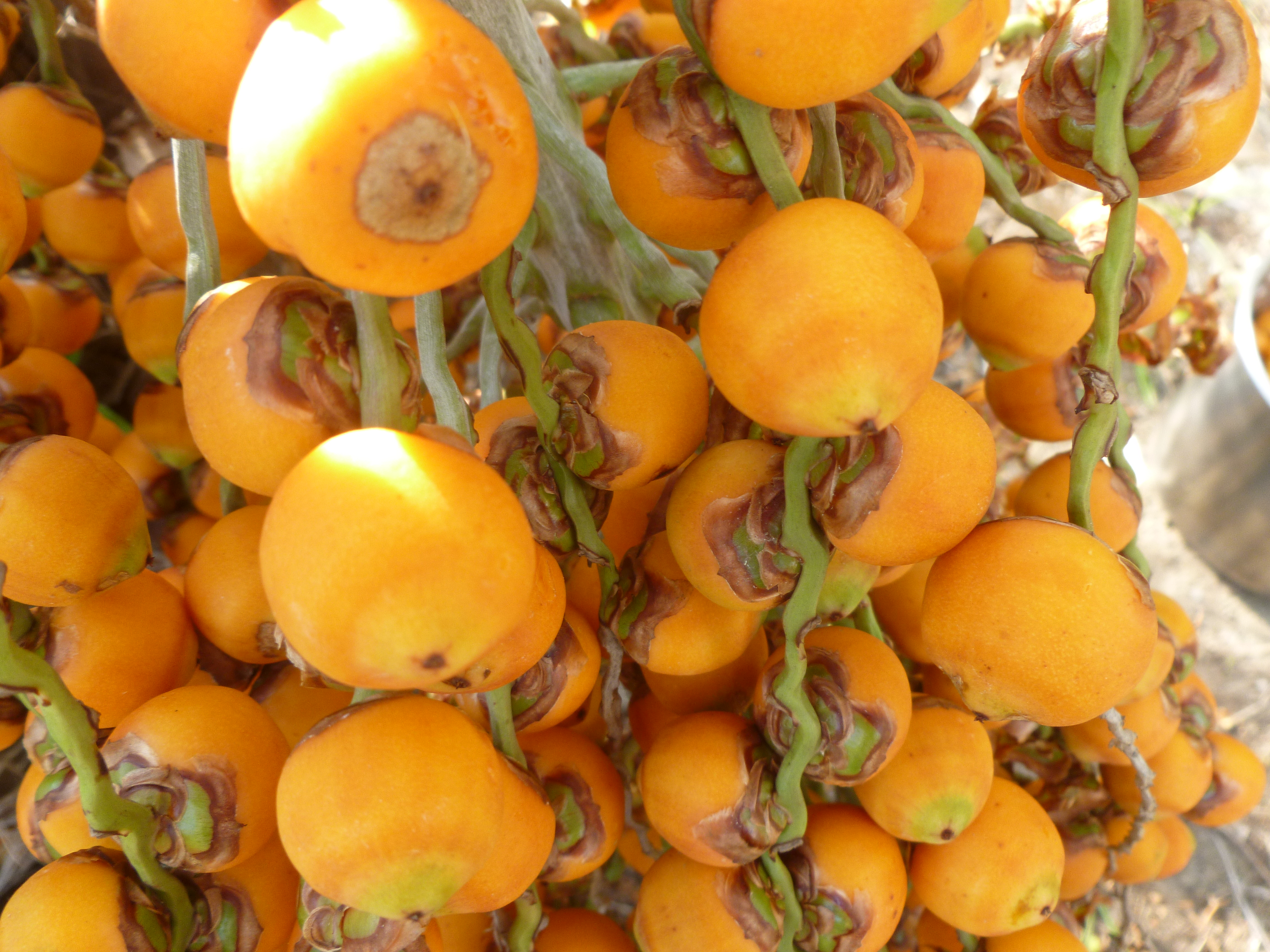
Butia capitata (Geleepalme)
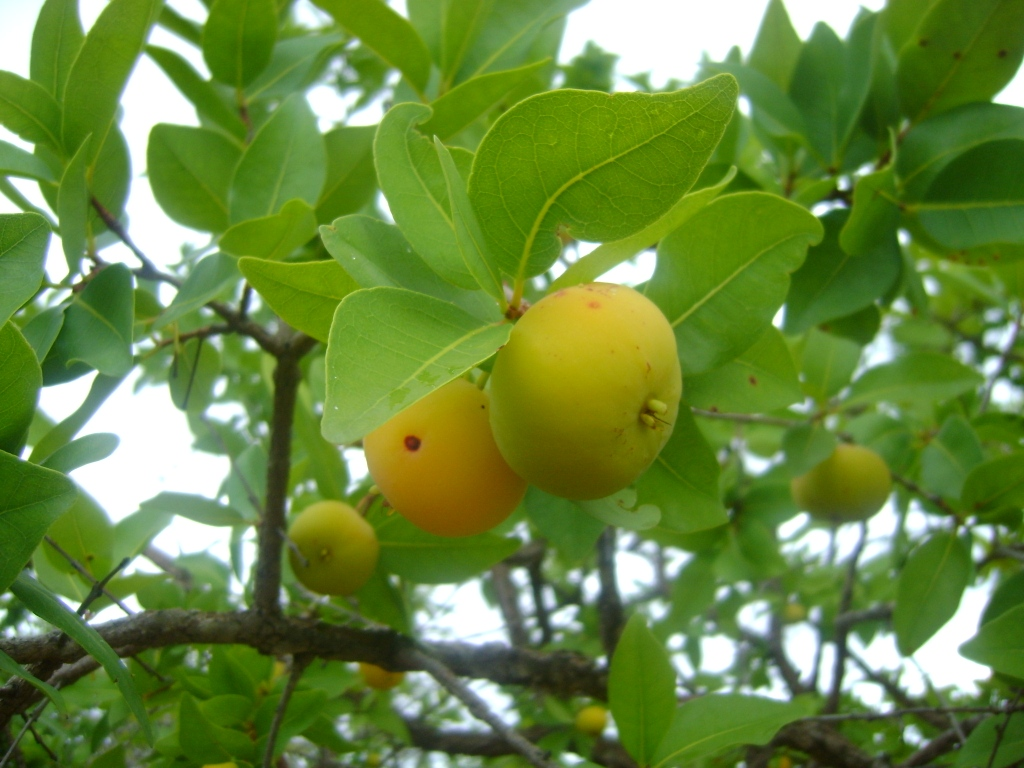
Cagaita
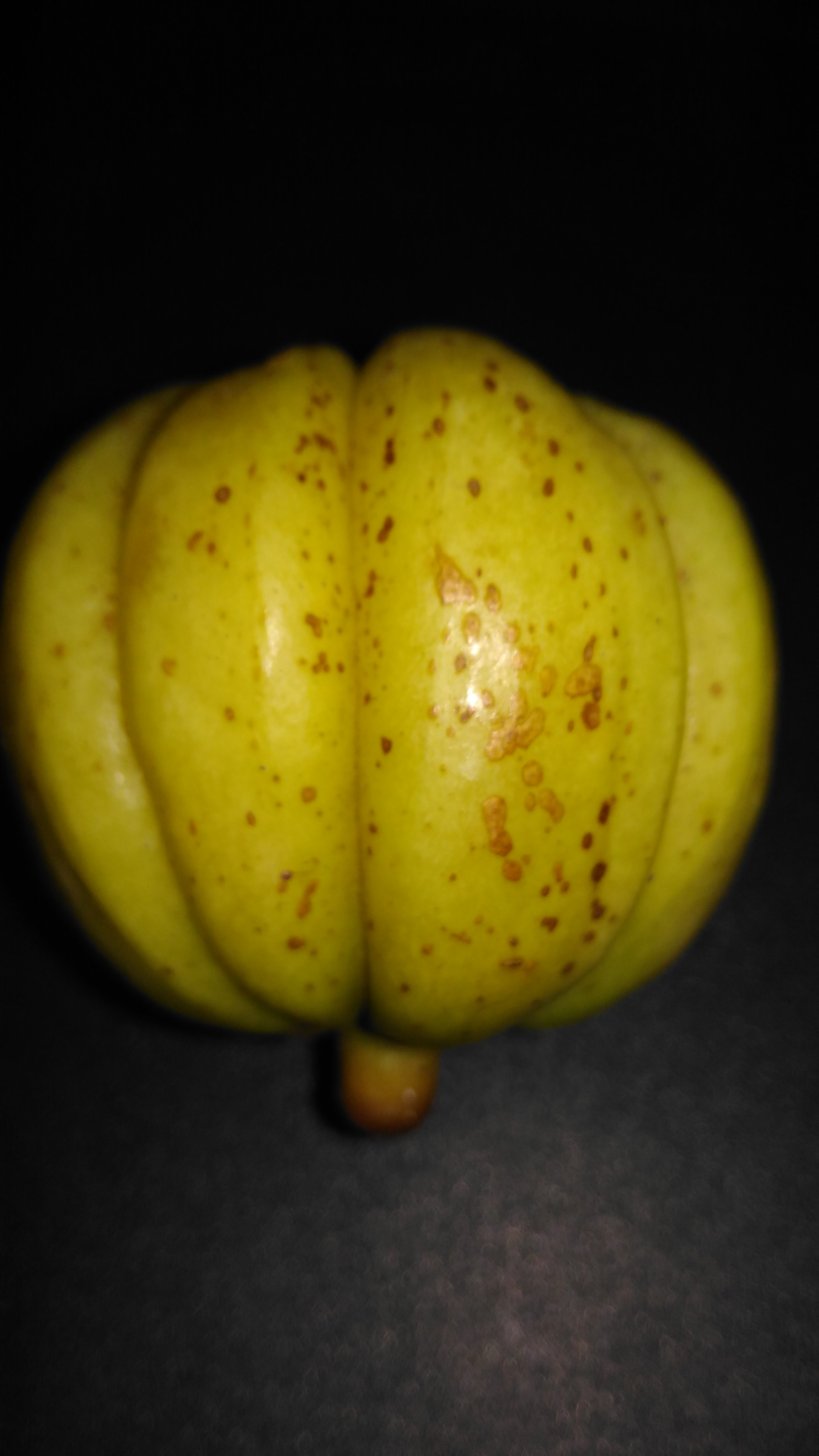
Camboge
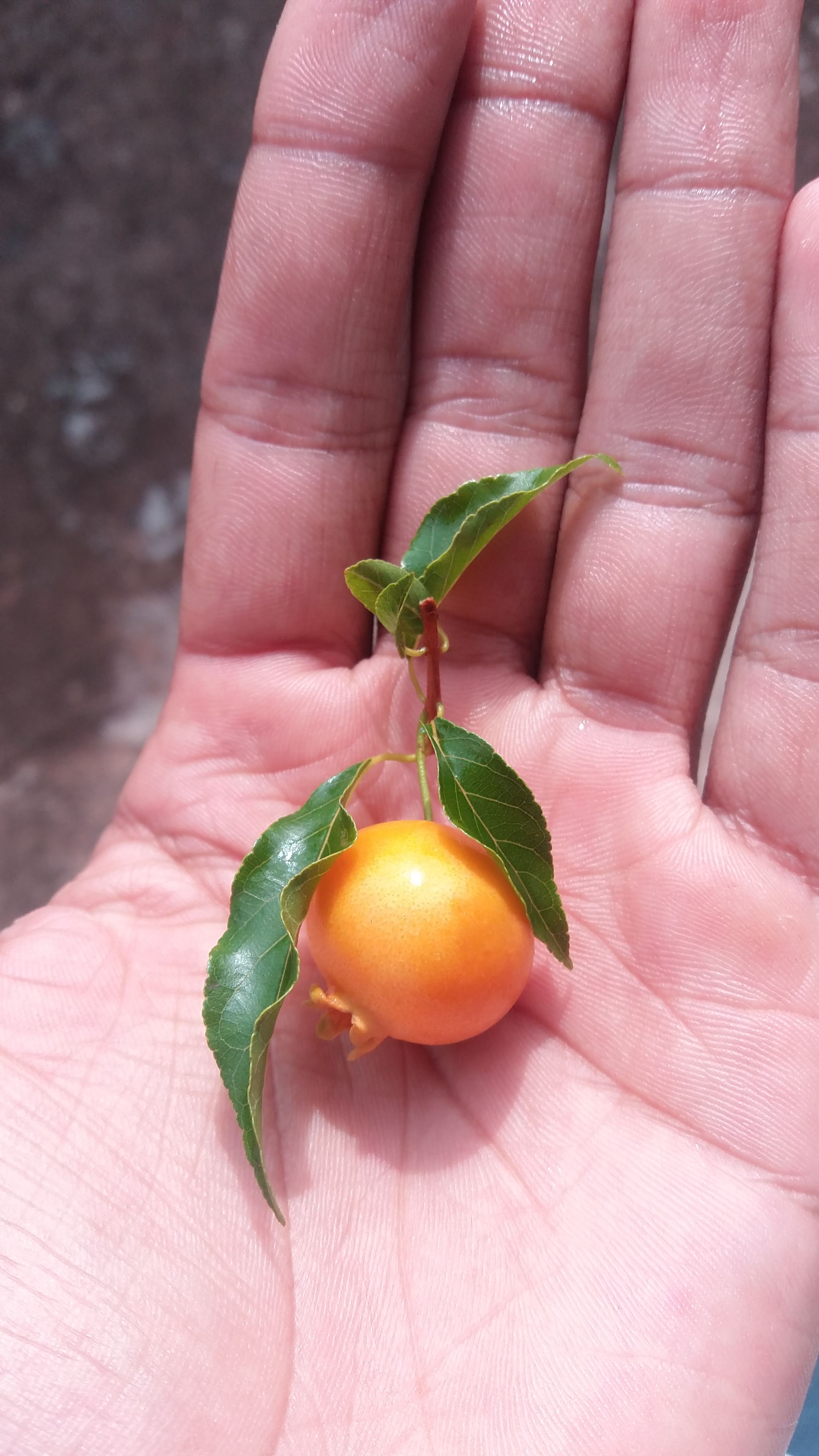
Campomanesia xantocarpa
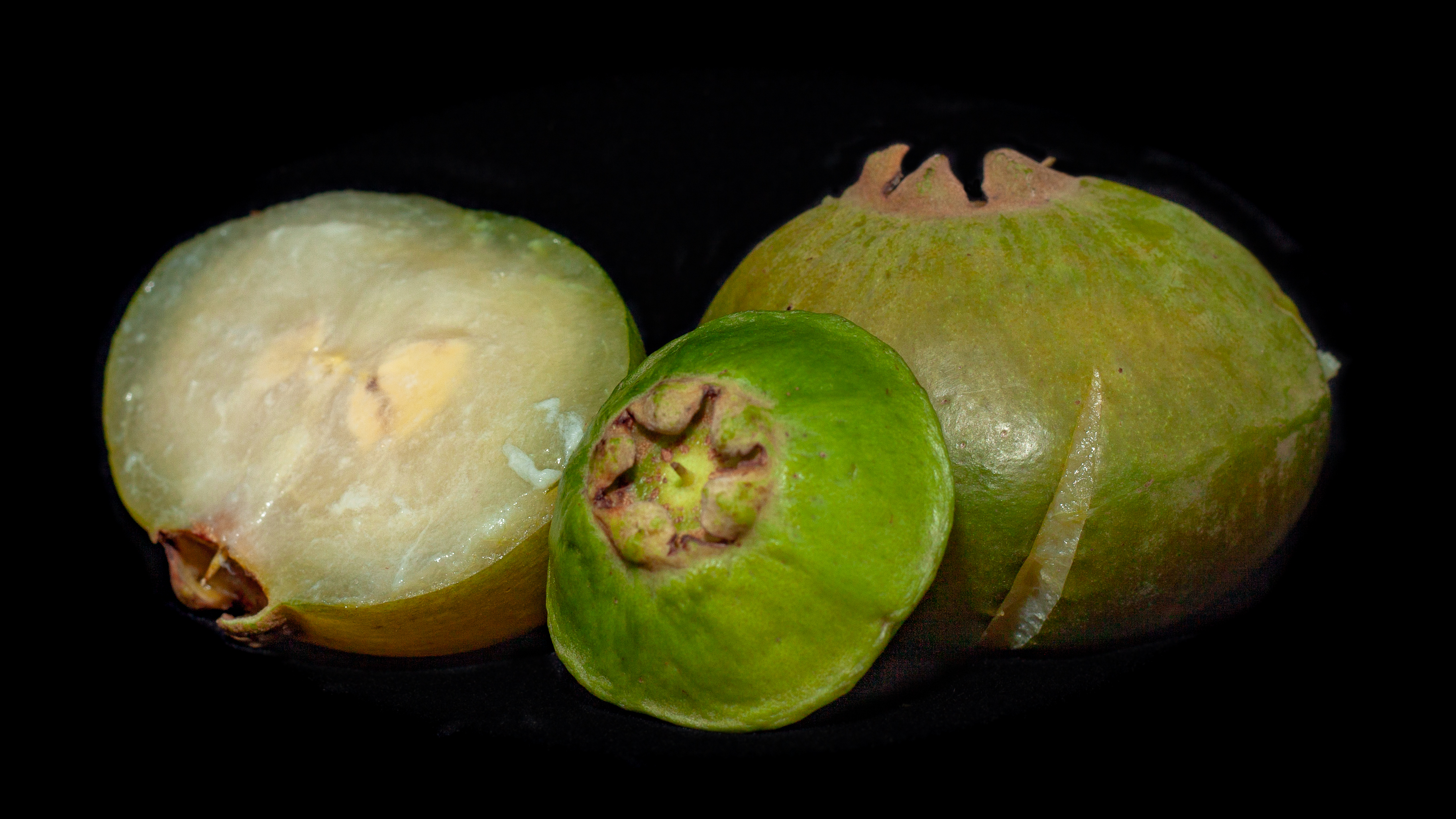
Campuci
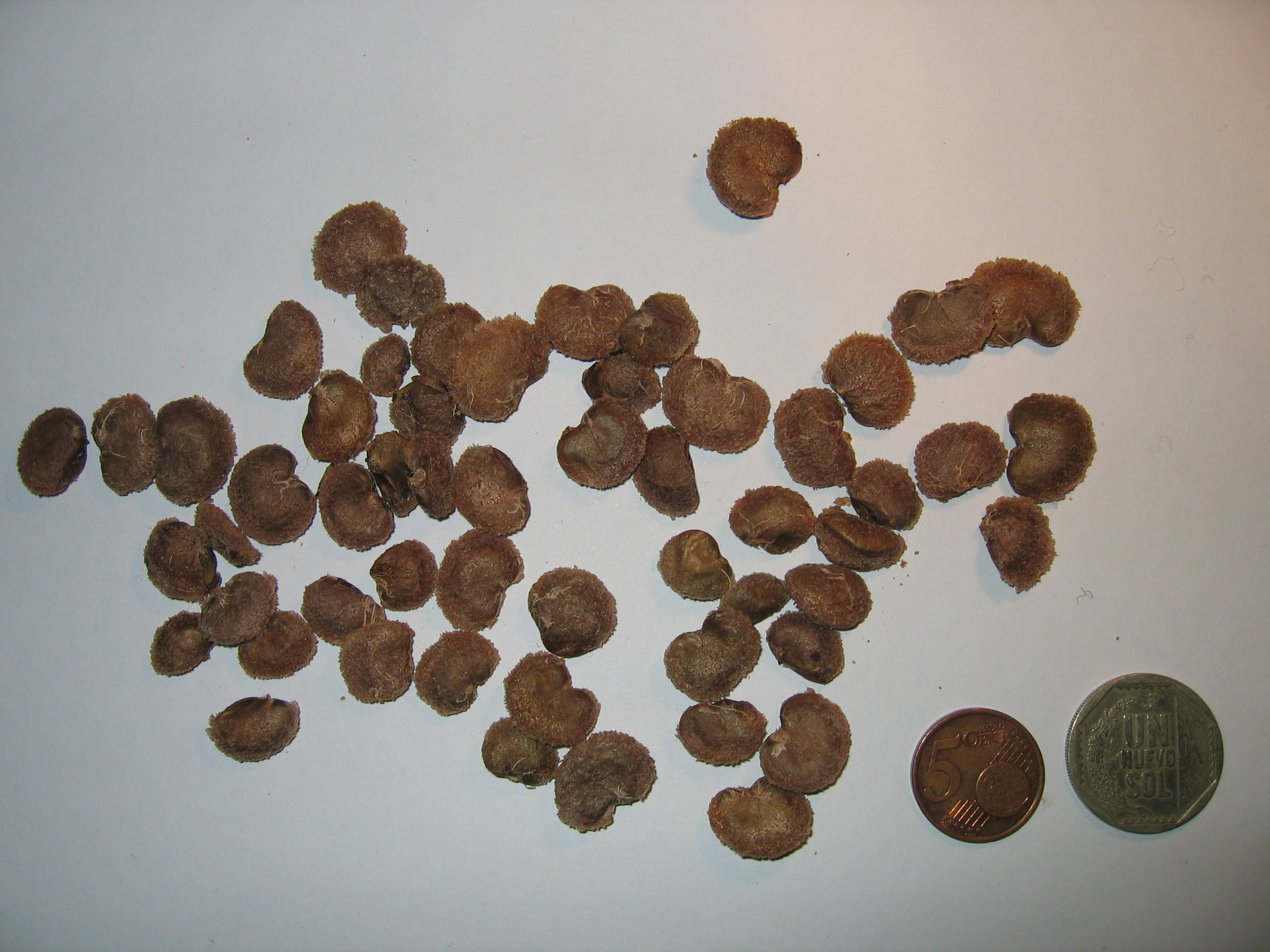
Camu-Camu
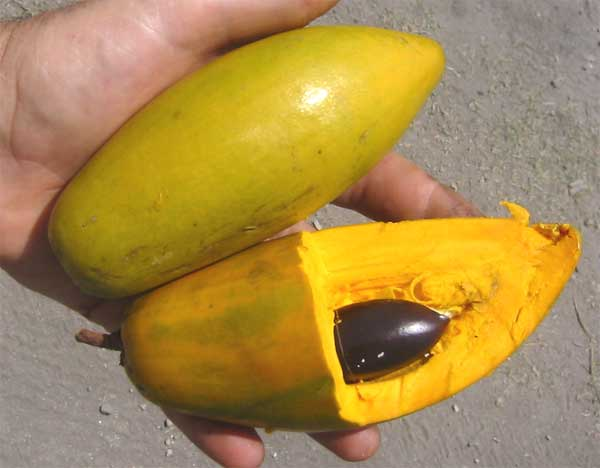
Canistel
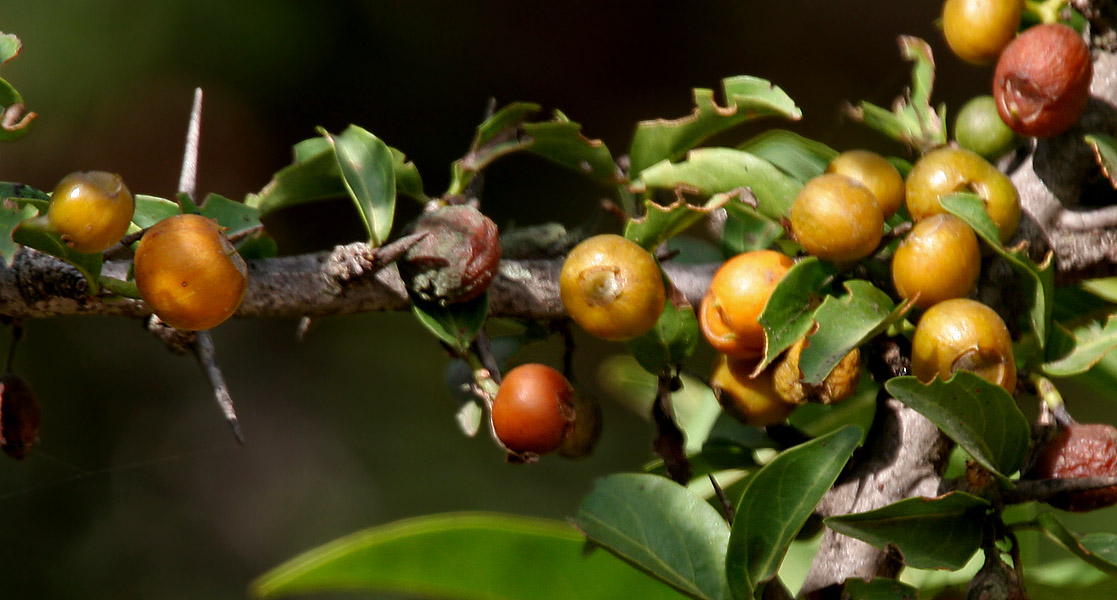
Canthium coromandelicum (auch Canthium spinosum, Canthium inerme, Canthium horridum)
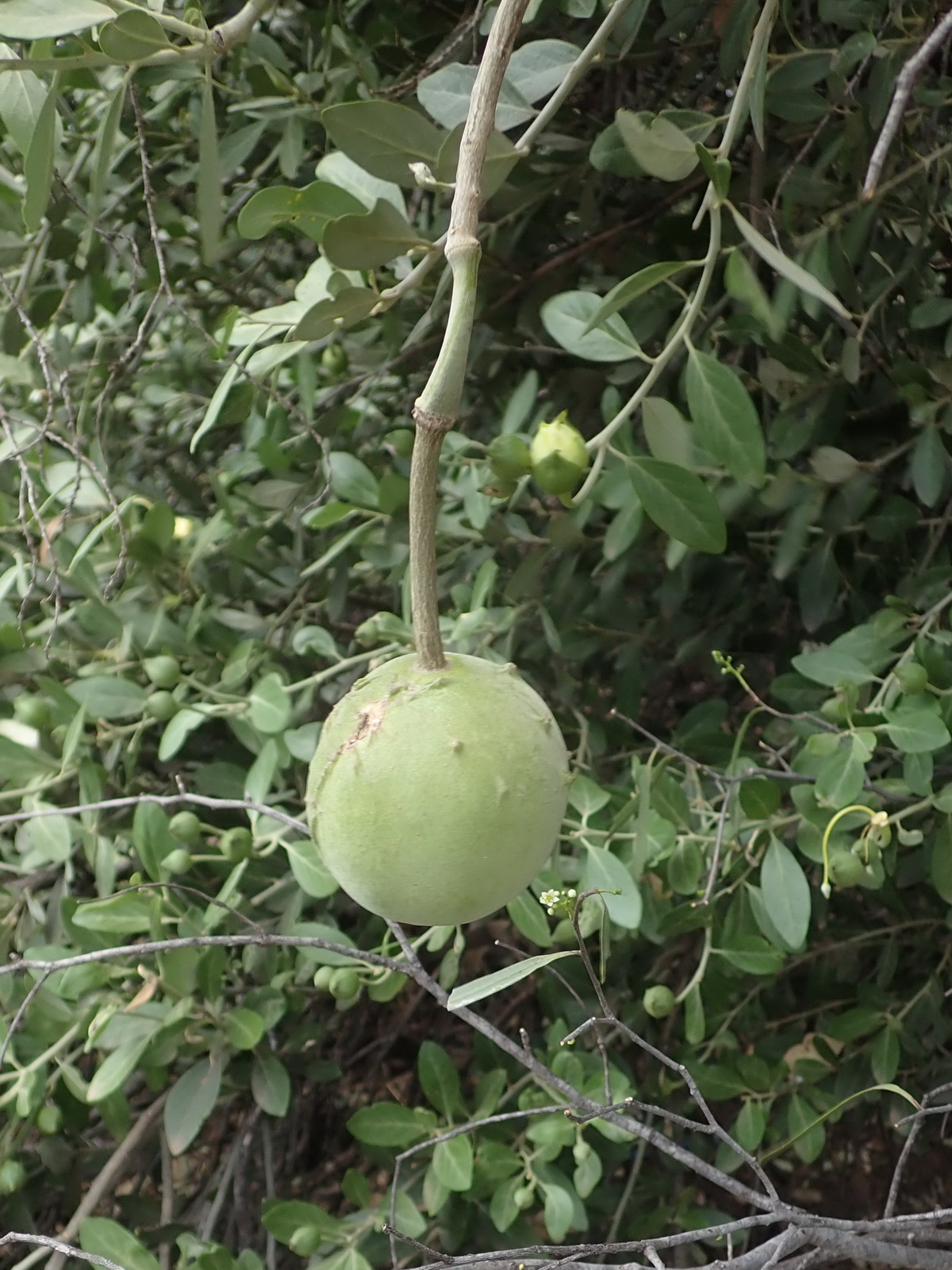
Capparis mitchellii
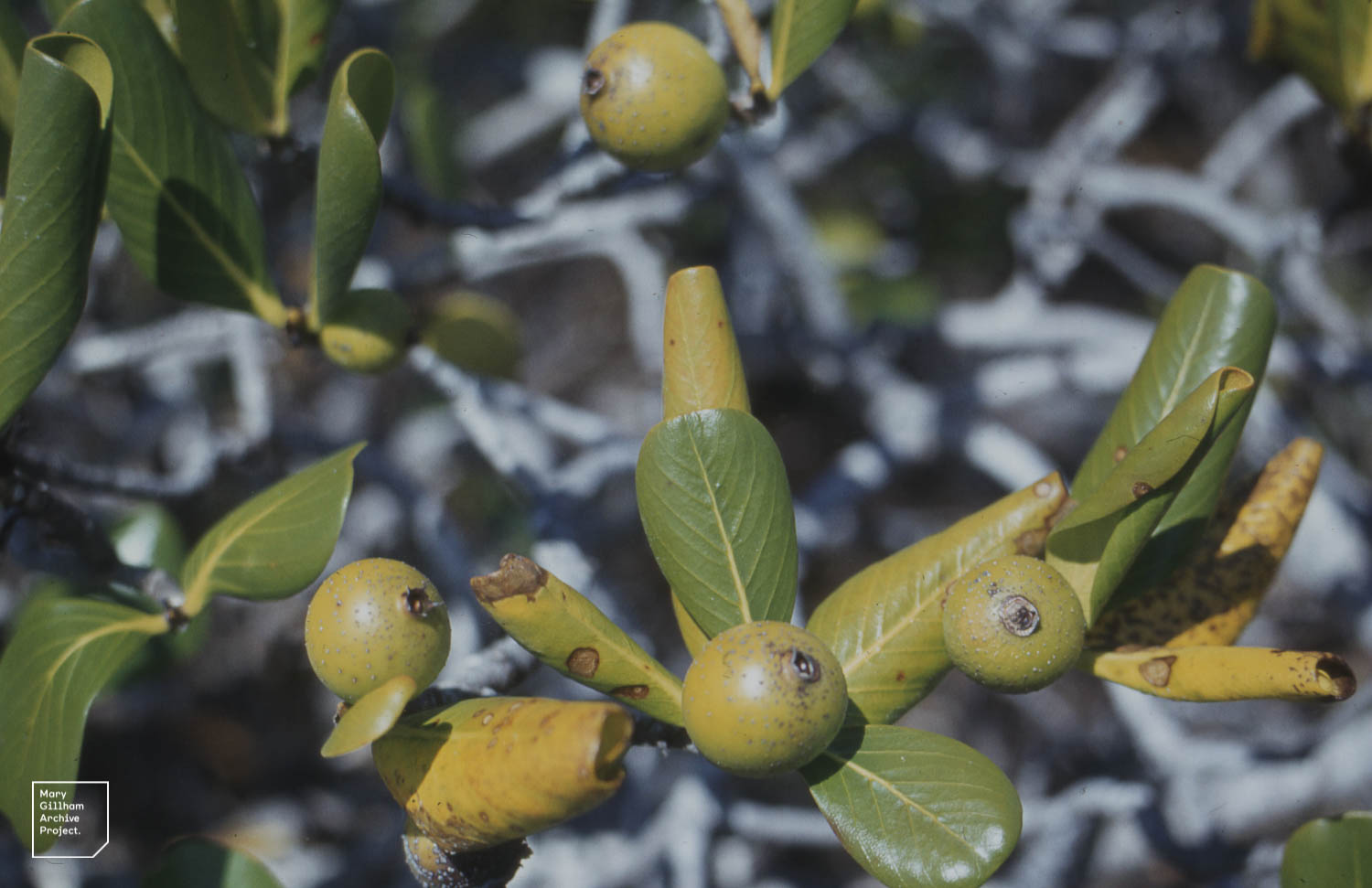
Casasia clusiifolia
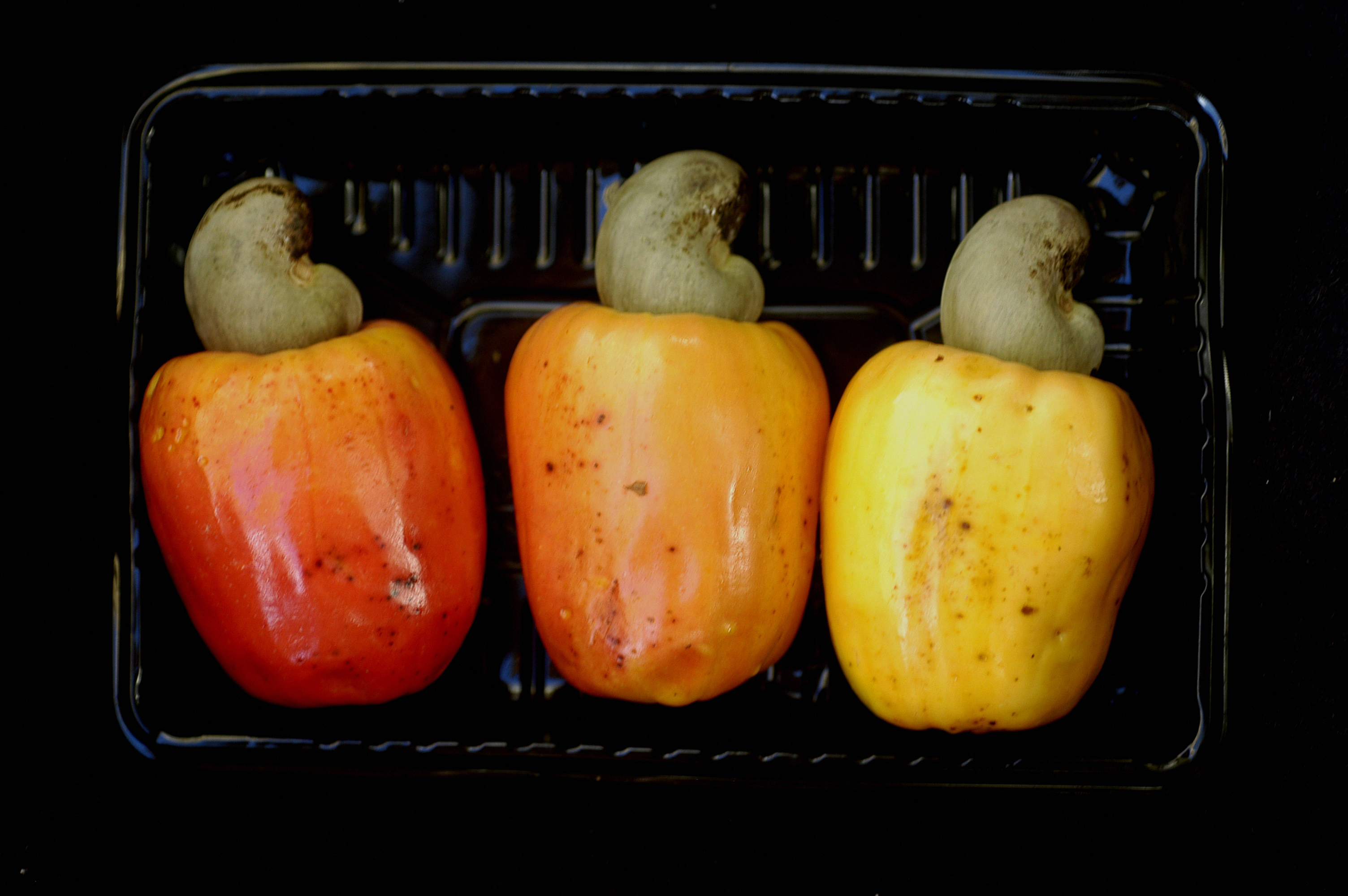
Cashew
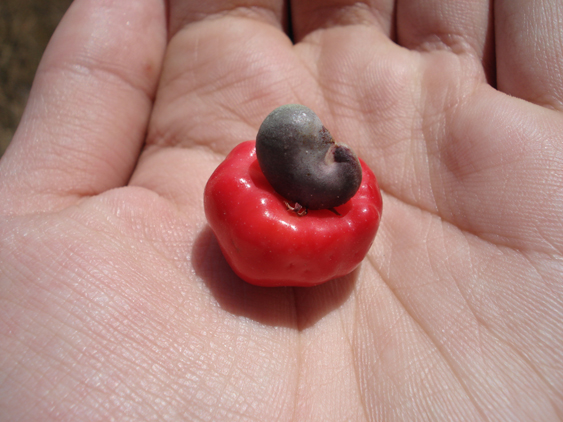
Anacardium humile (Affennuss, Mini-Cashew)
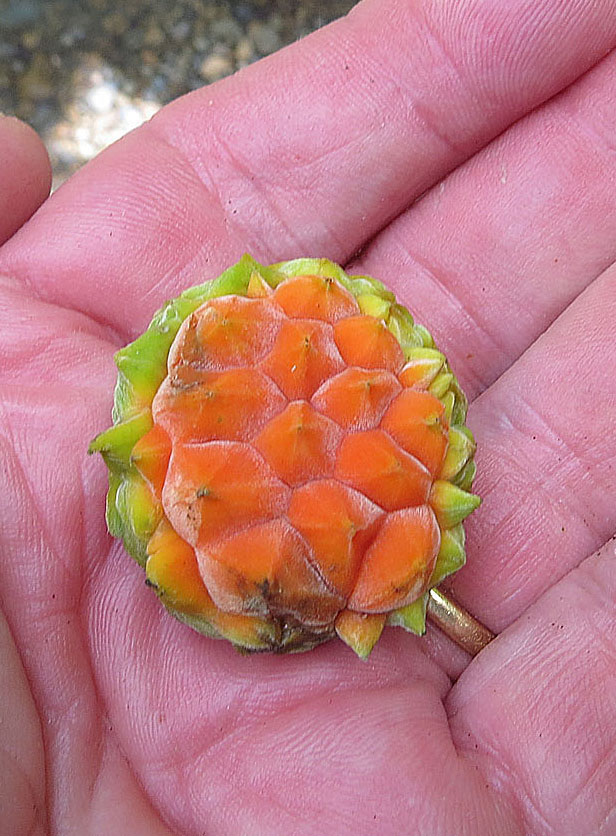
Castilla elastica (ähnlich ist Castilla ulei)
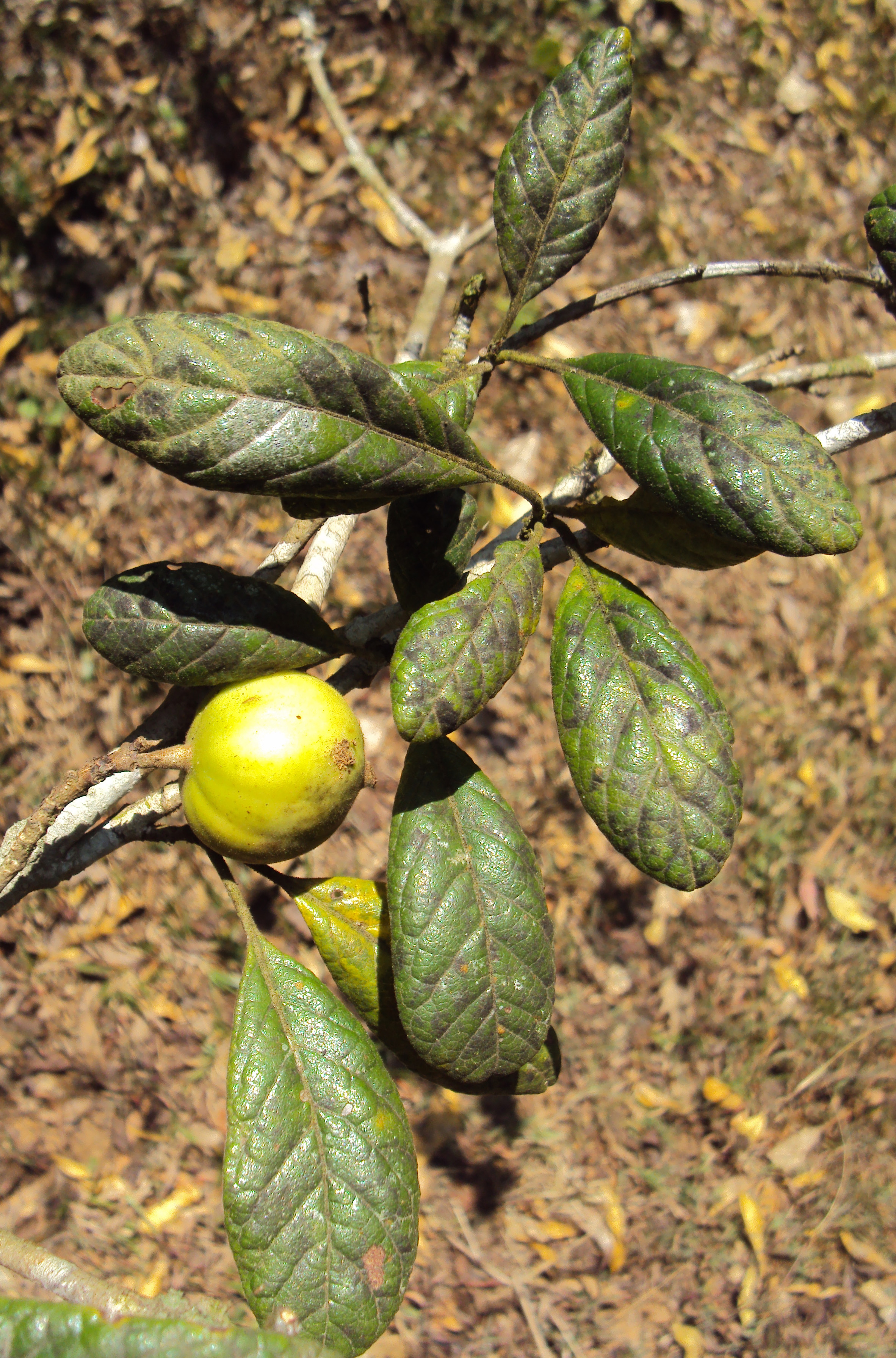
Catunaregam spinosa (nur gekocht)
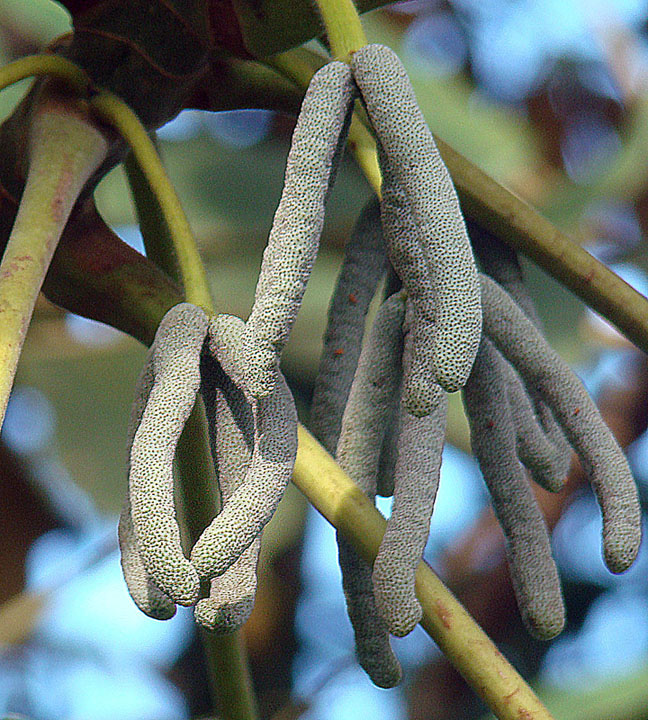
Cecropia spp. (versch. Crecropia-Arten haben ähnliche Früchte)
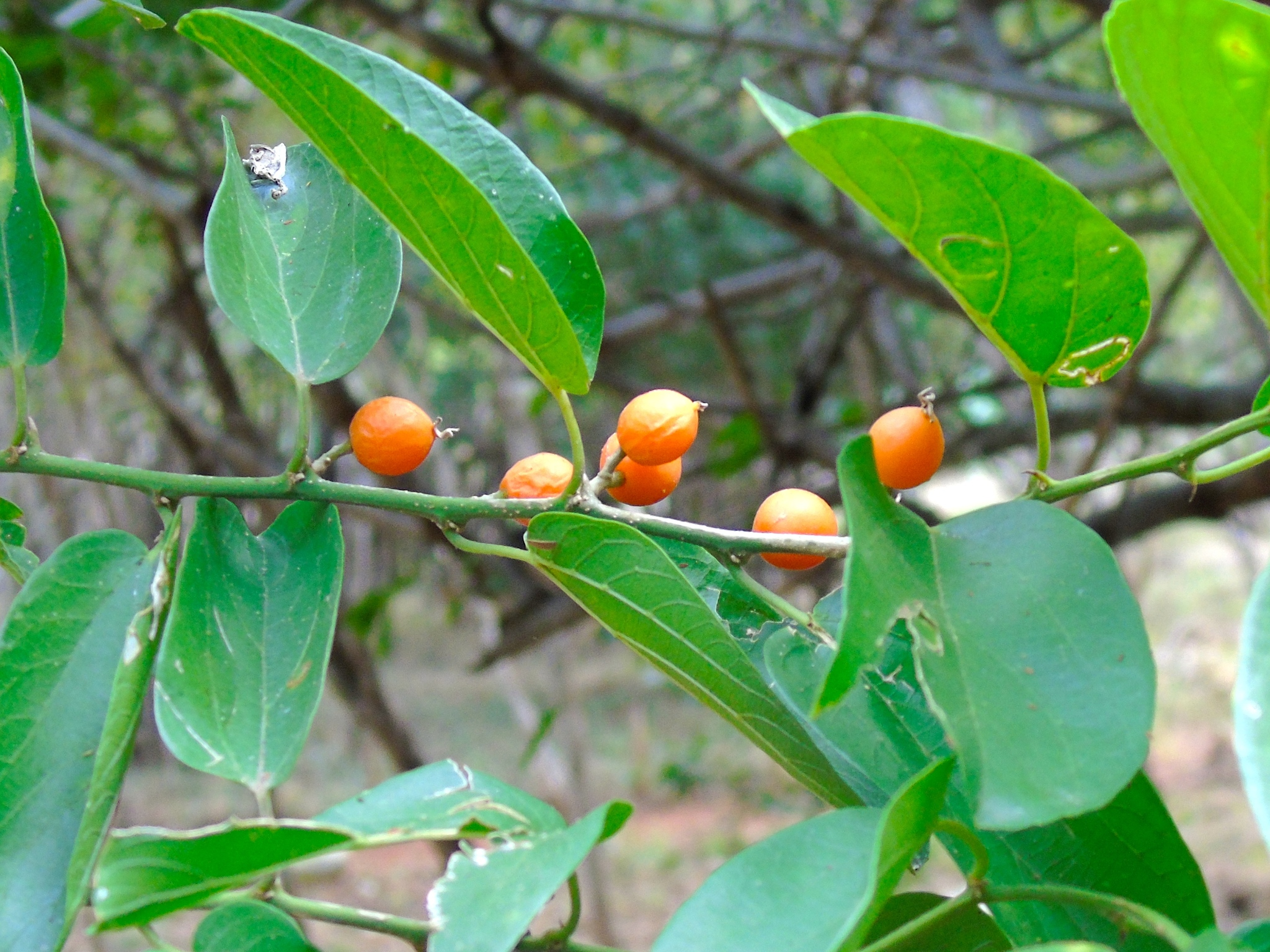
Celtis iguanaea
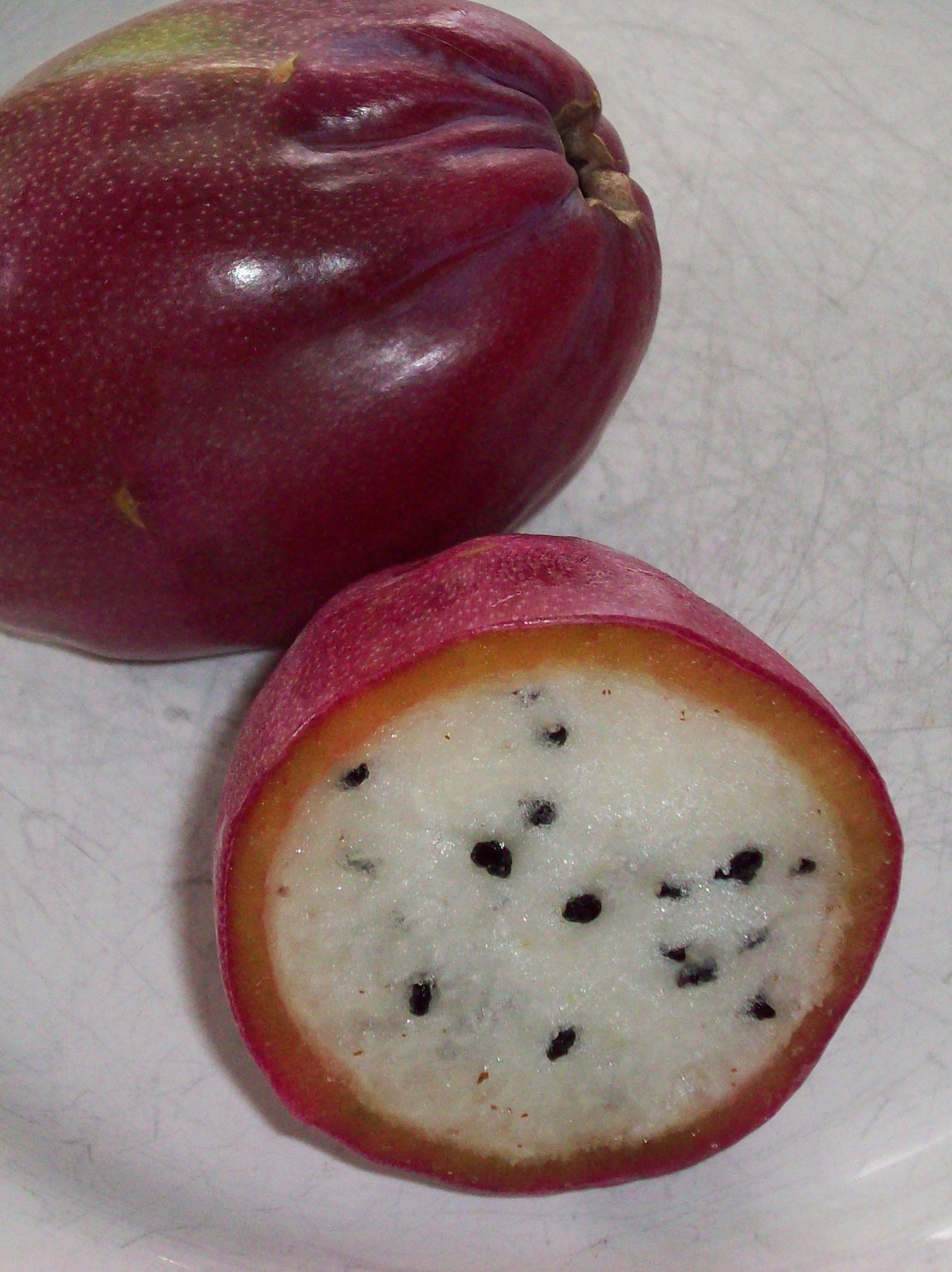
versch. Cereus-Arten oder auch (Stenocereus thurberi, Stenocereus stellatus und Pachycereus schottii sowie Acanthocereus tetragonus)
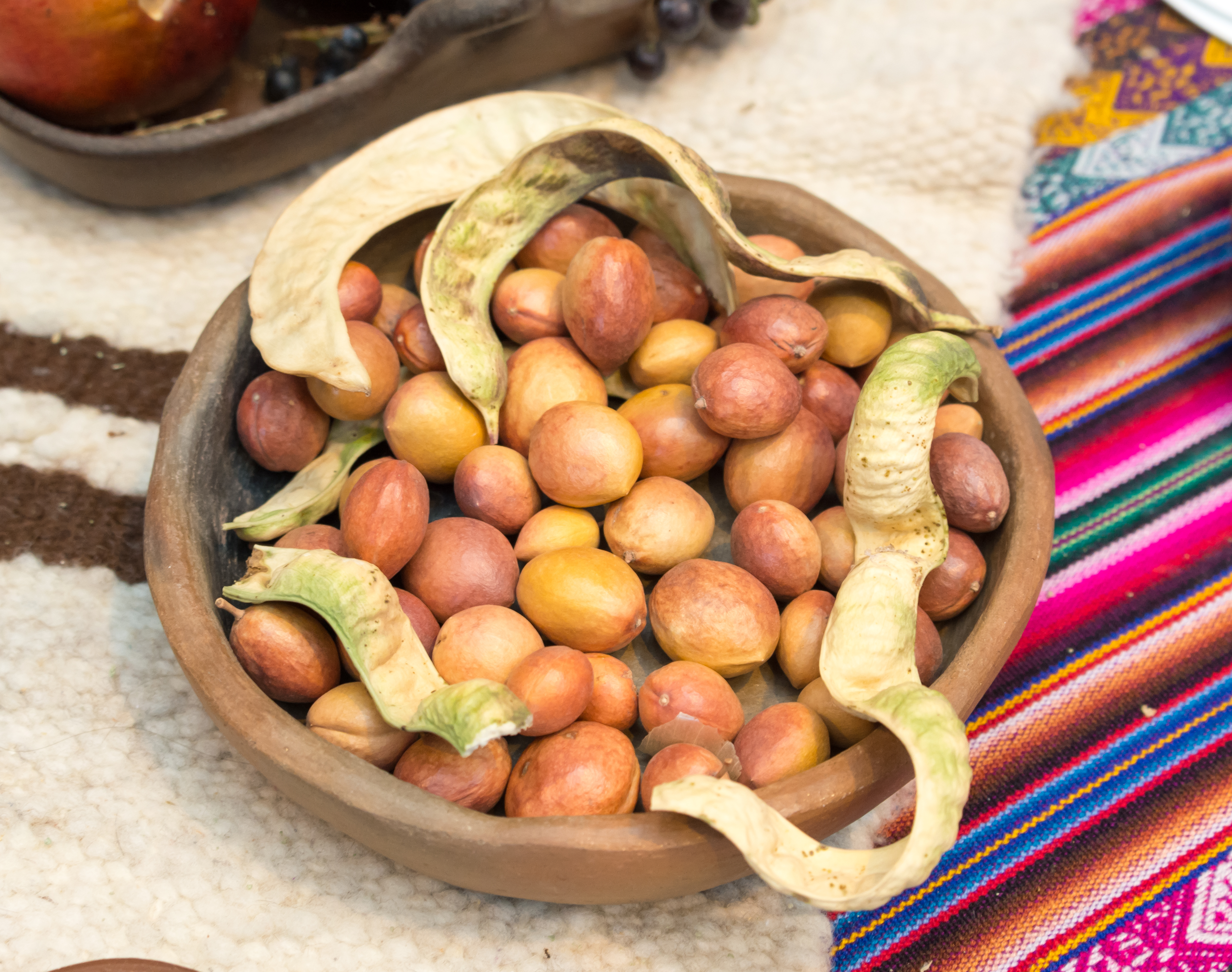
Chañar
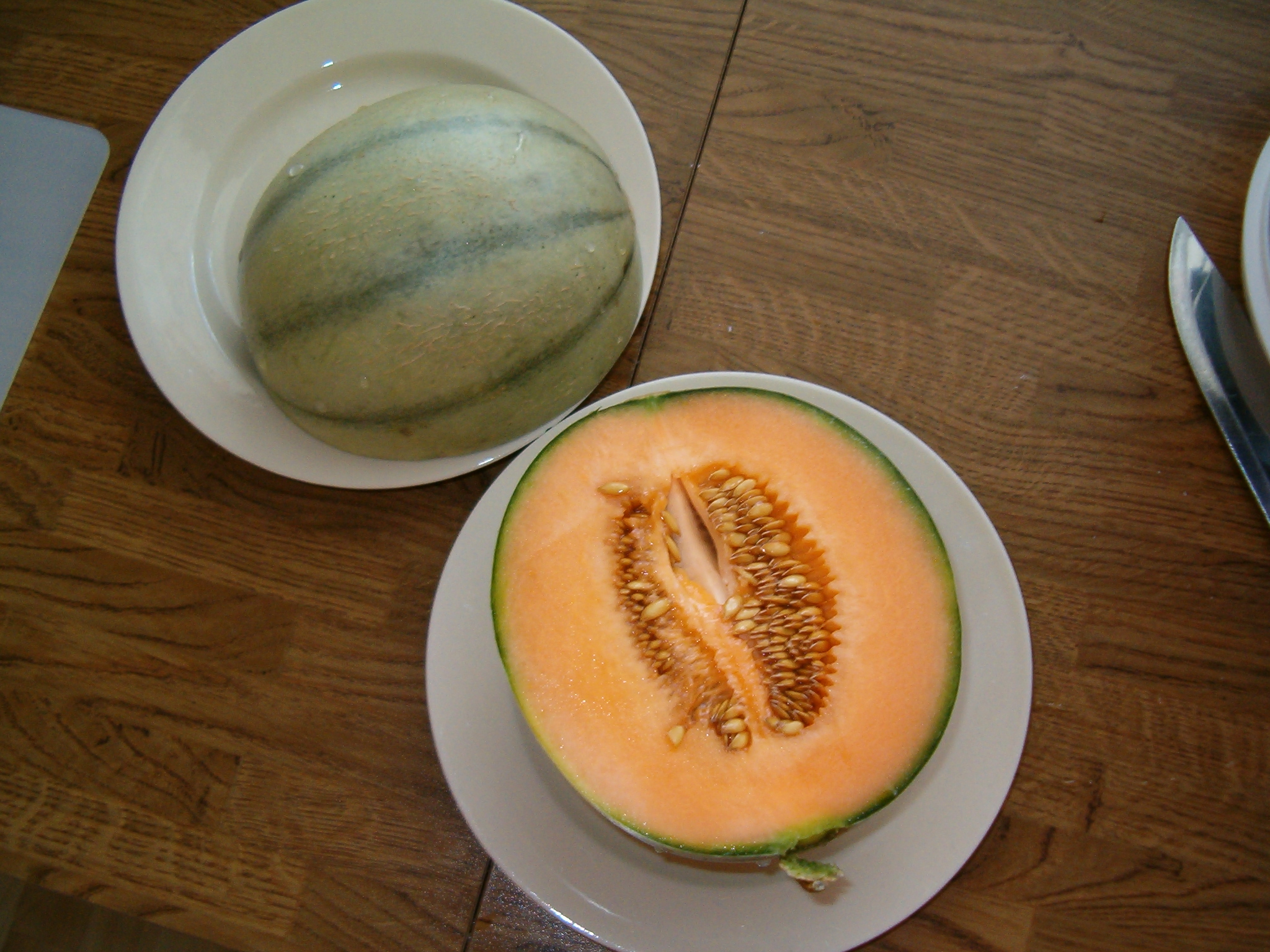
Charentais-Melone
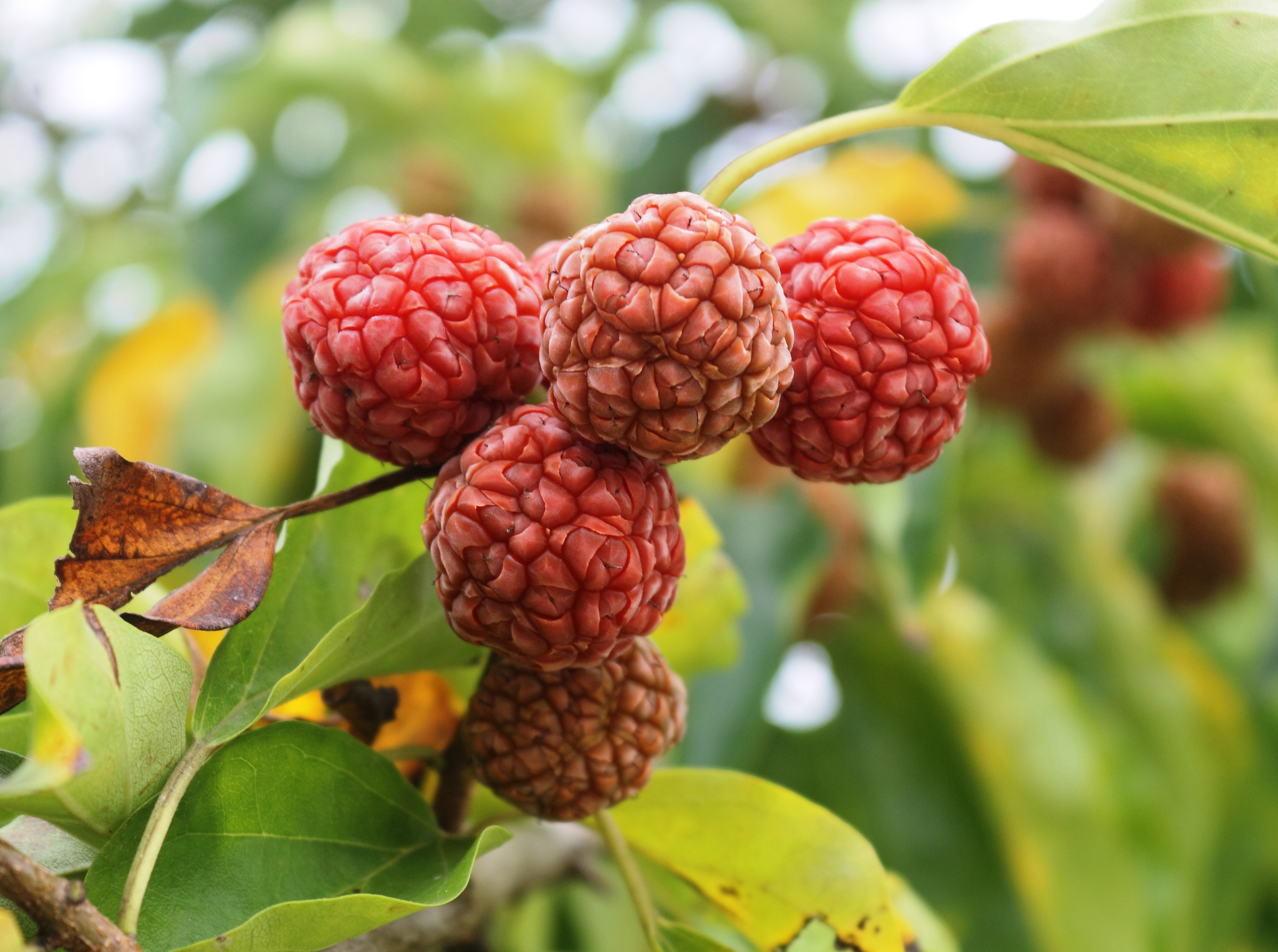
Che
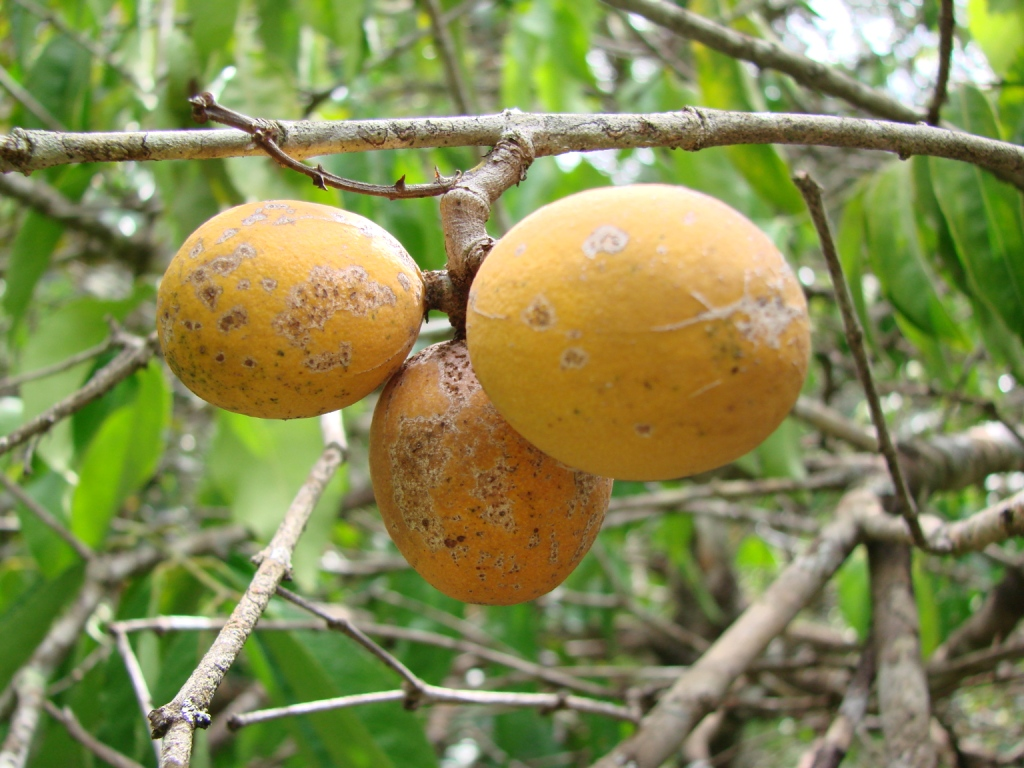
Cheiloclinium cognatum
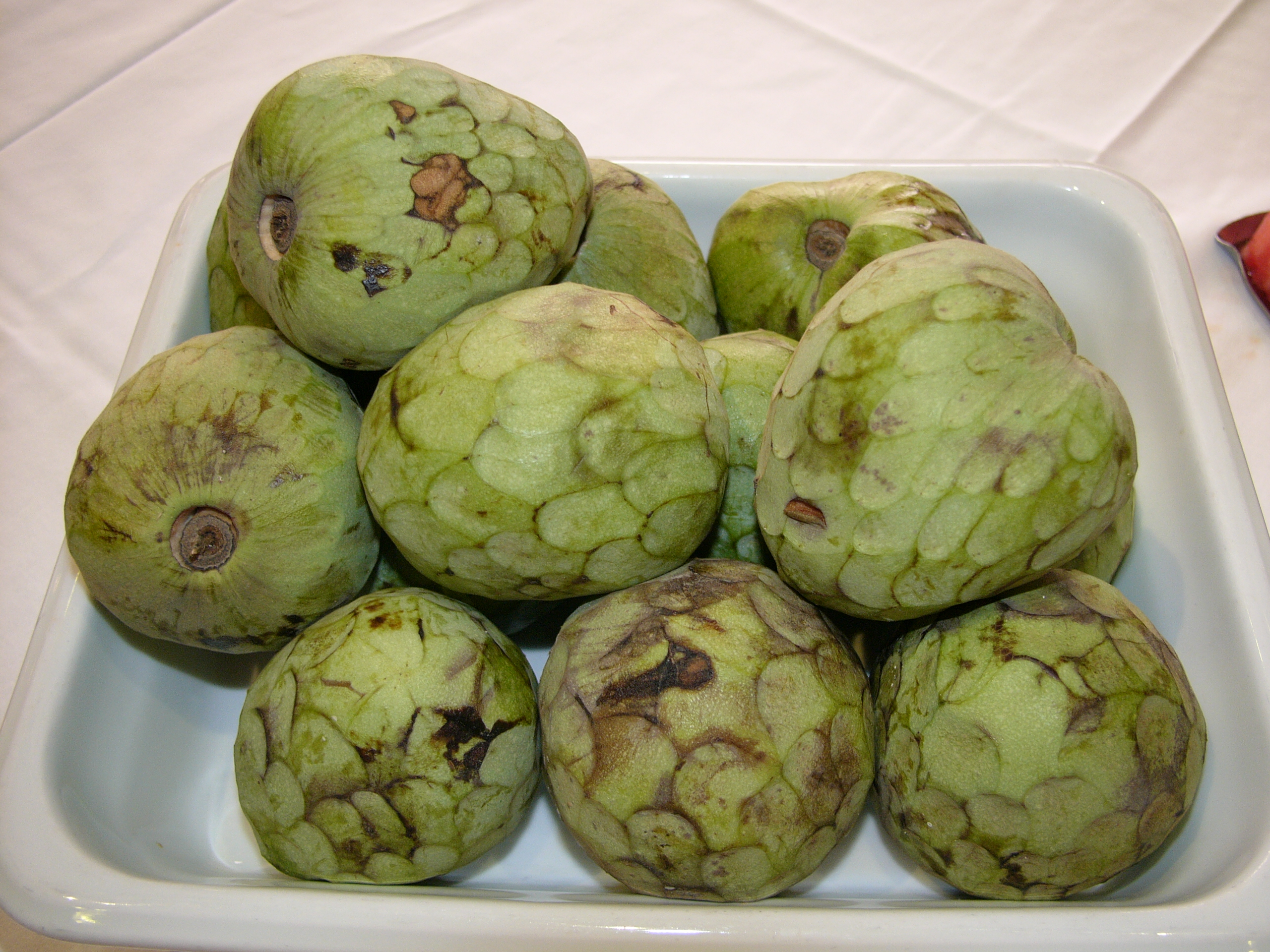
Cherimoya
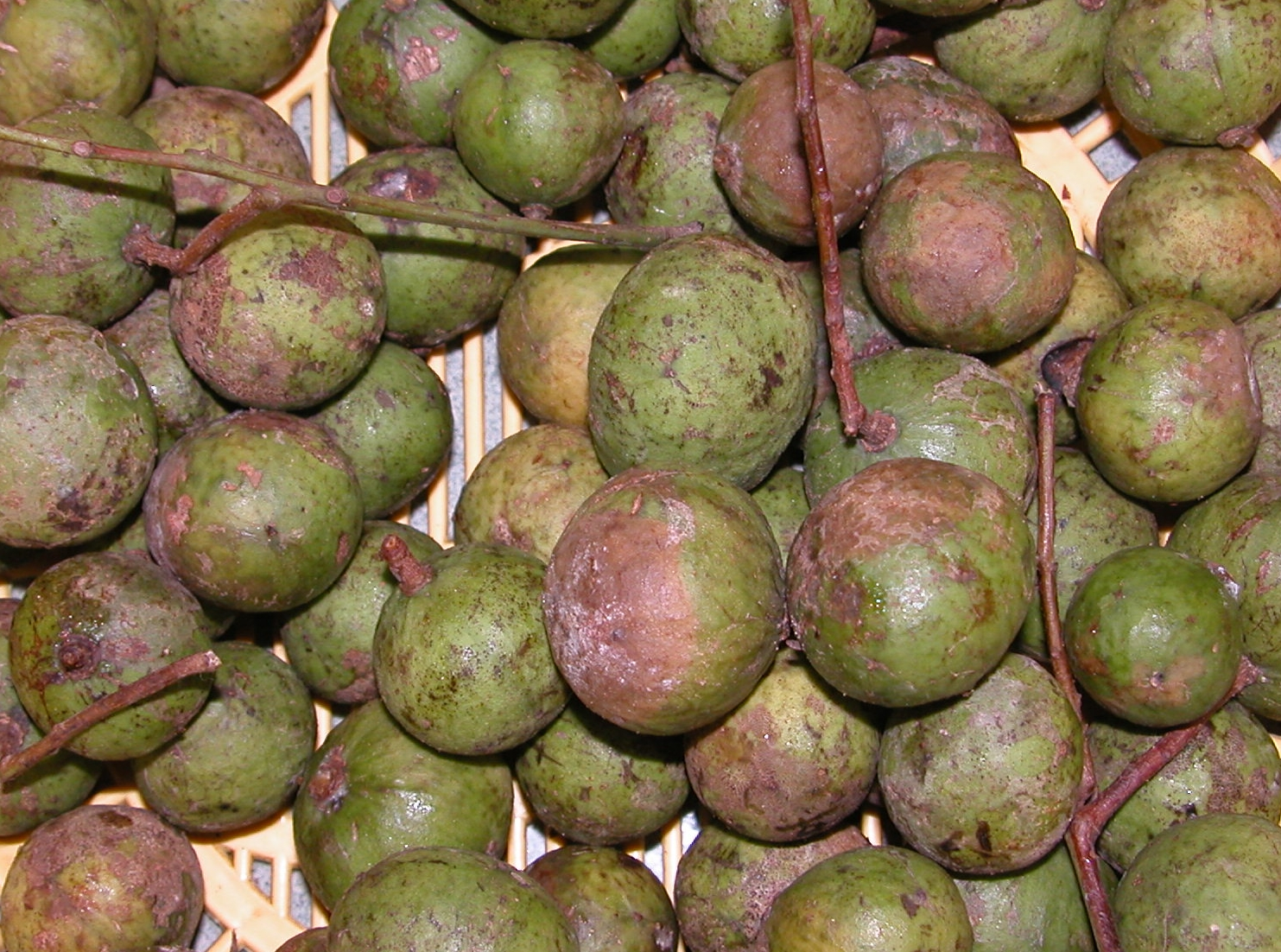
Chi Sau, Qua Sau
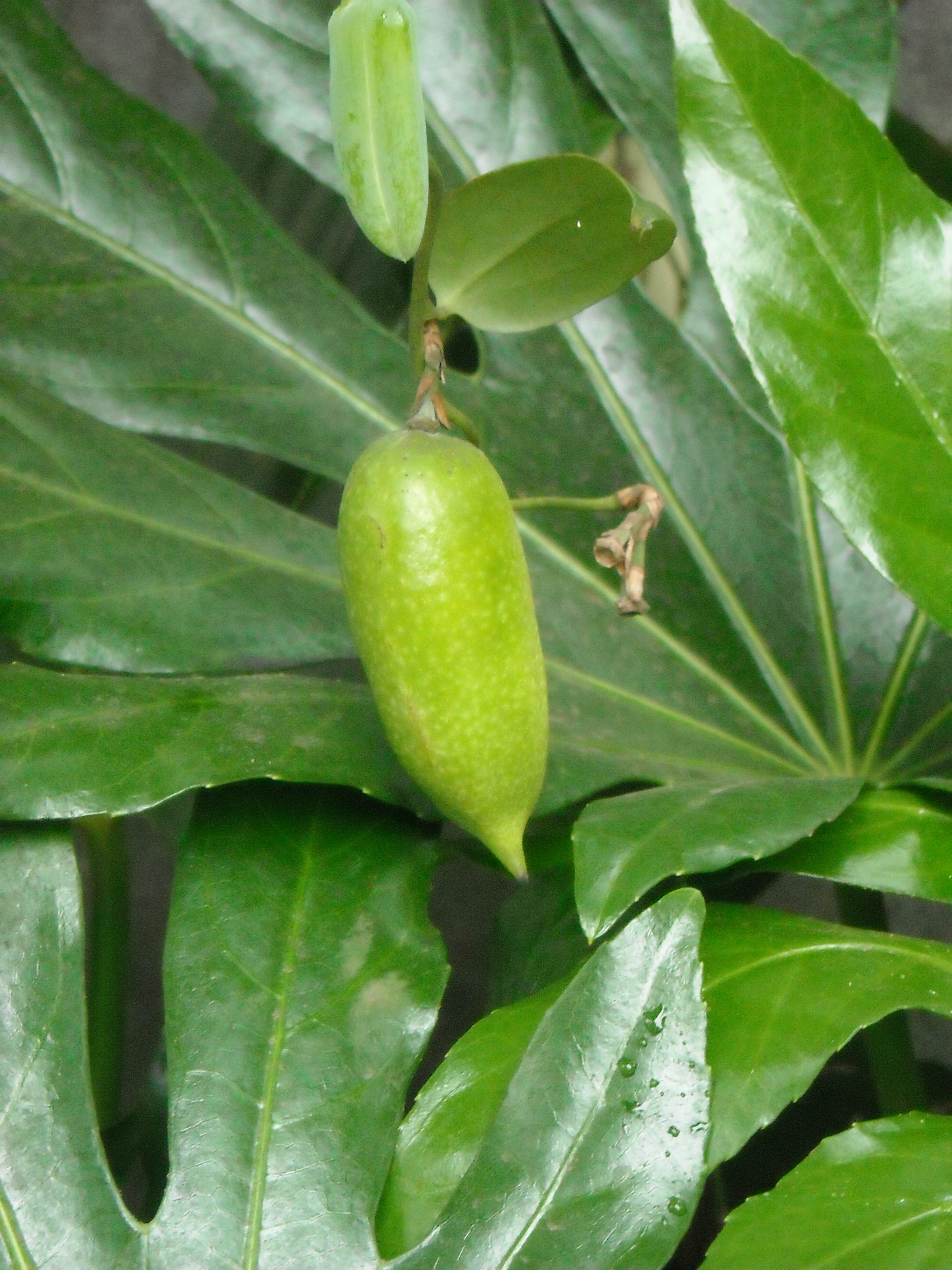
Chilenische Wachsglocke
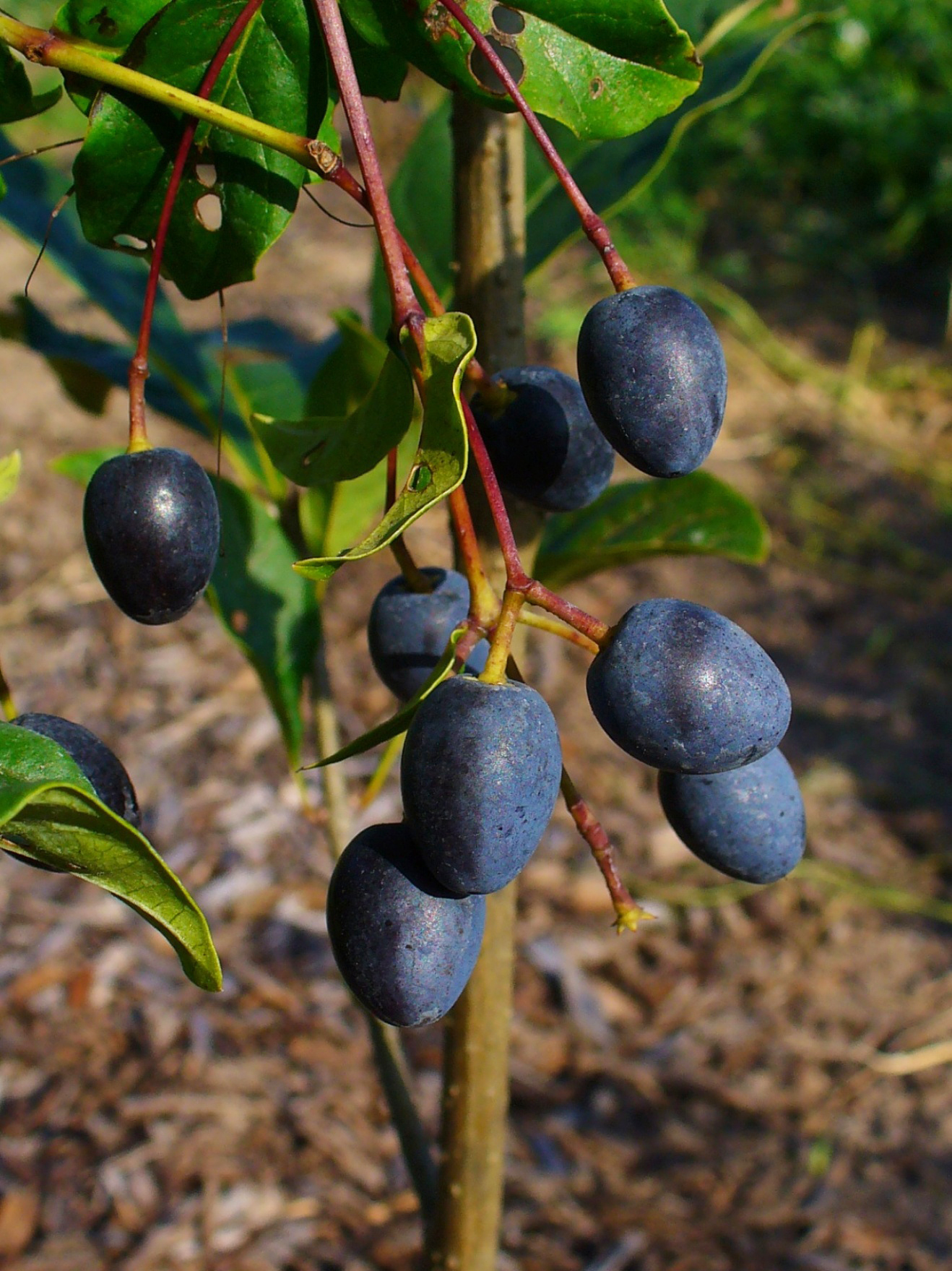
Chionanthus virginicus
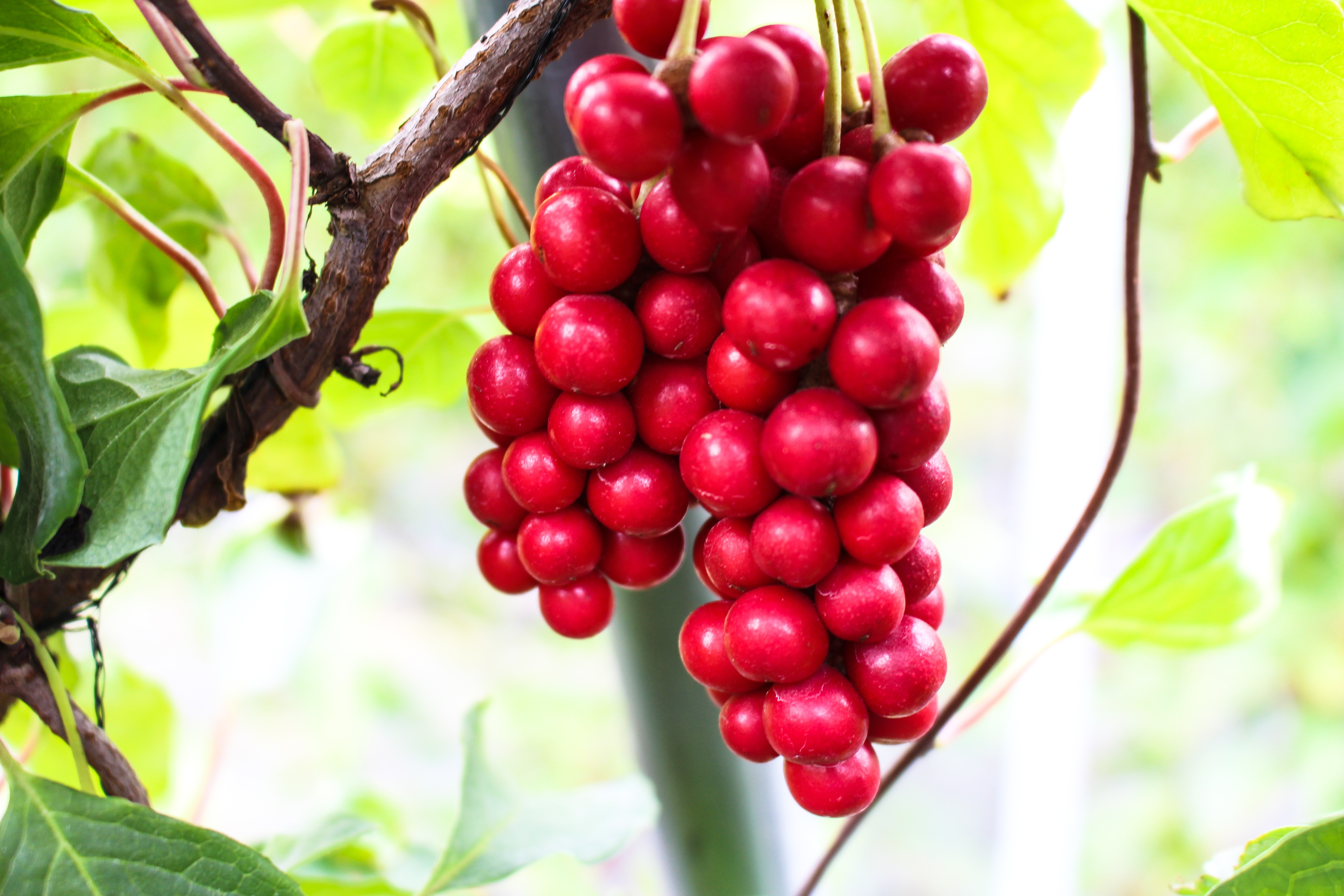
Chinesische Beerentraube (auch Schisandra sphenanthera)
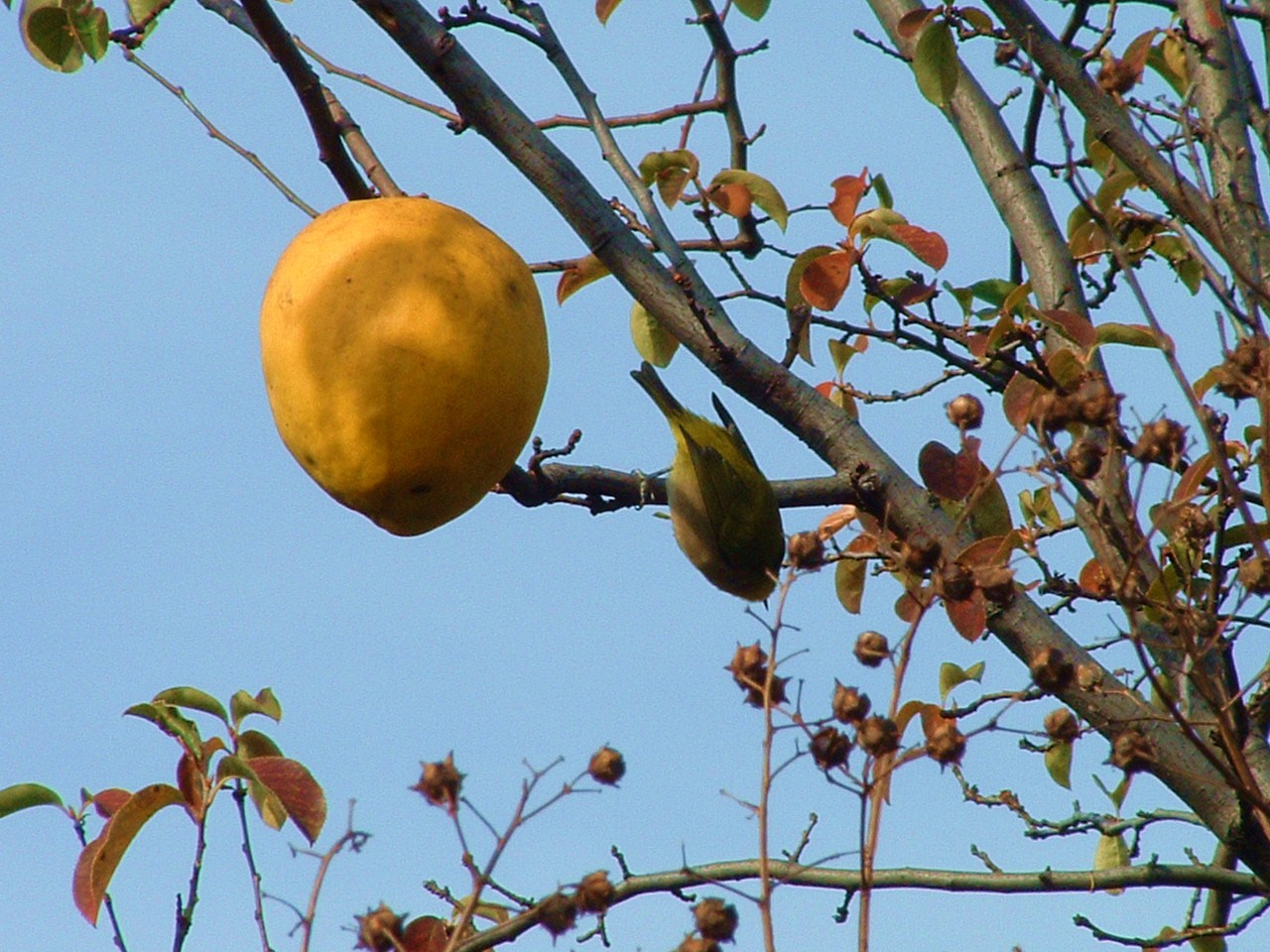
Chinesische Quitte
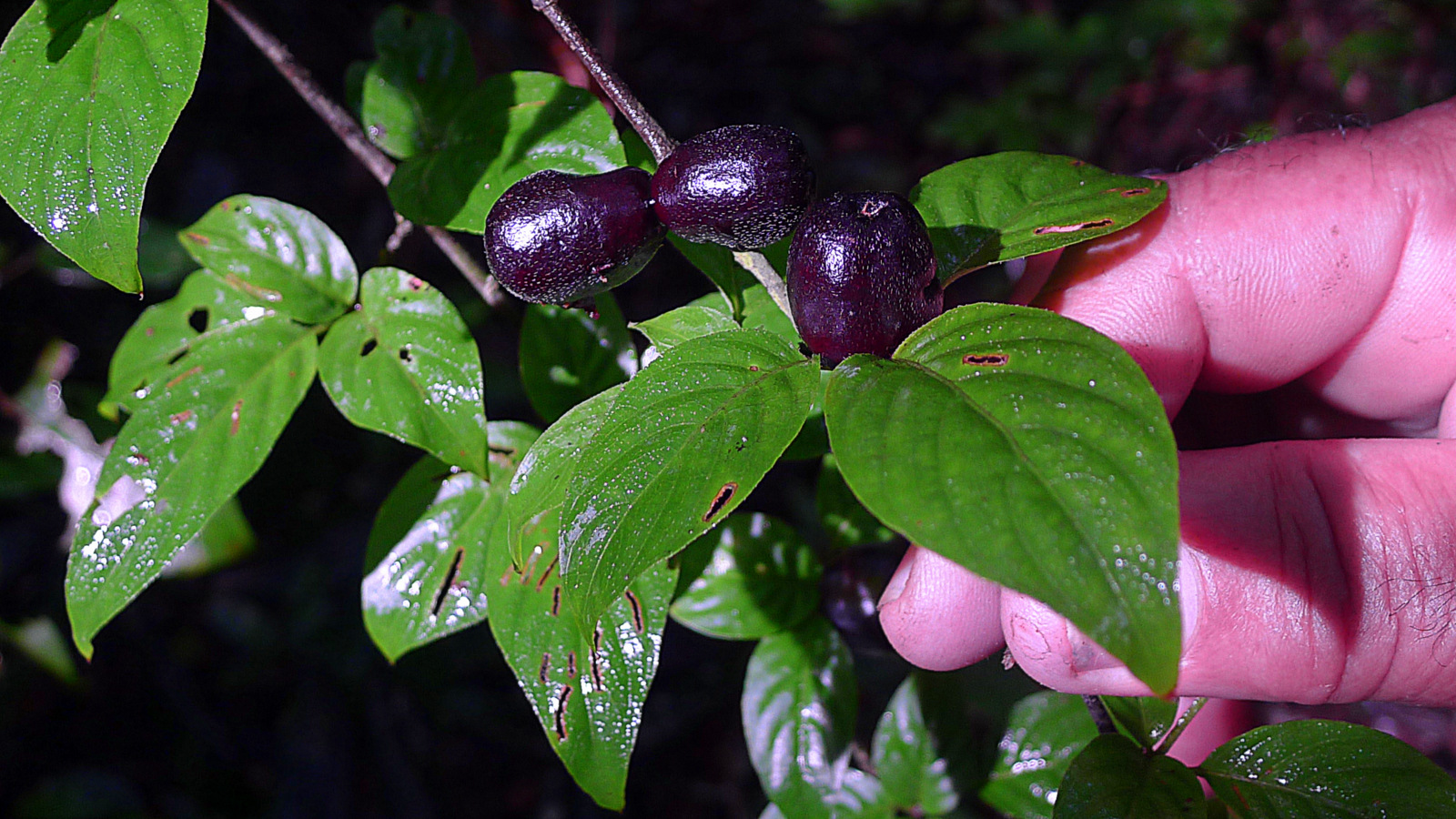
Chomelia brasiliana (ähnliches Bild)
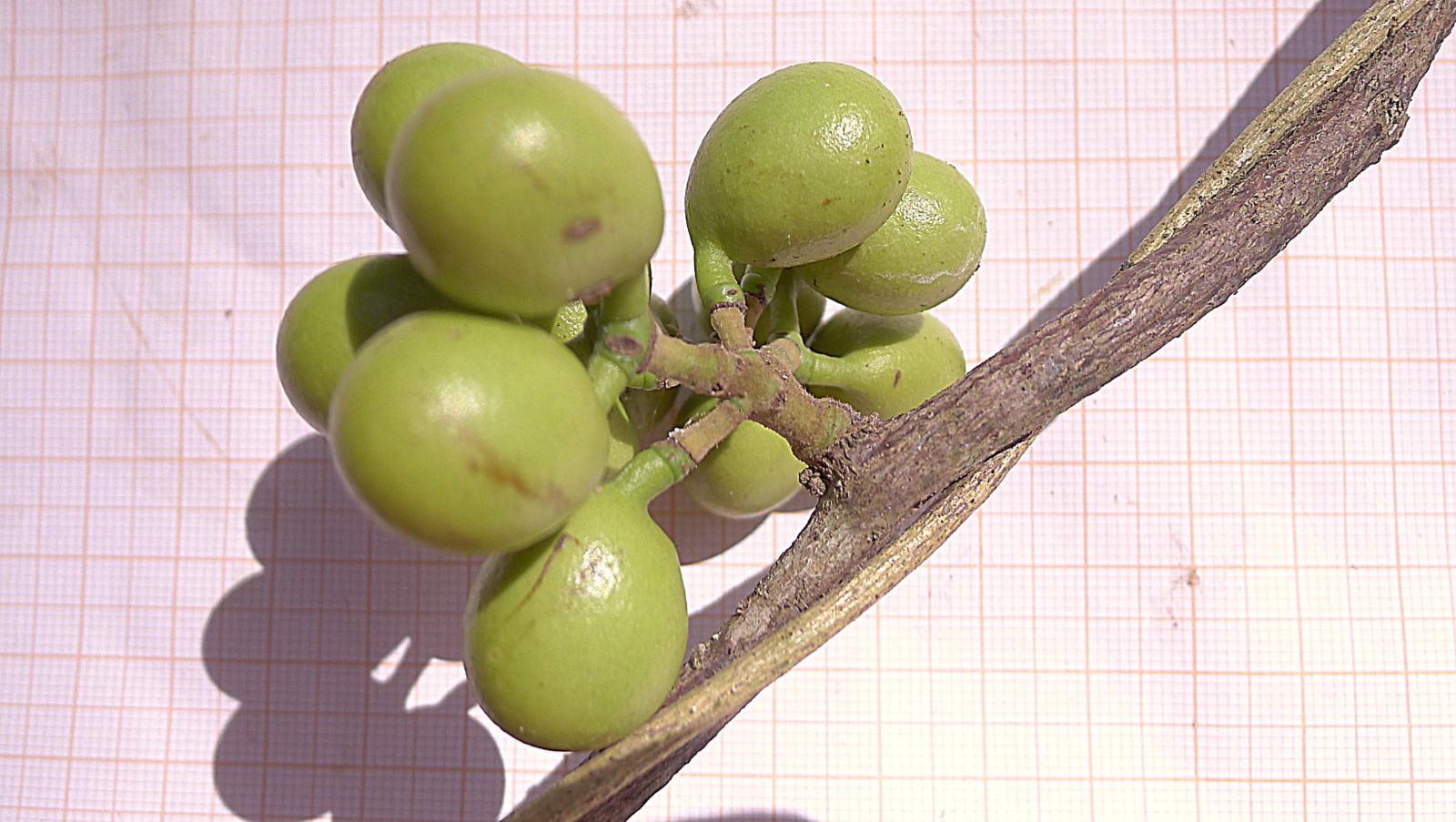
Chondrodendron platiphyllum
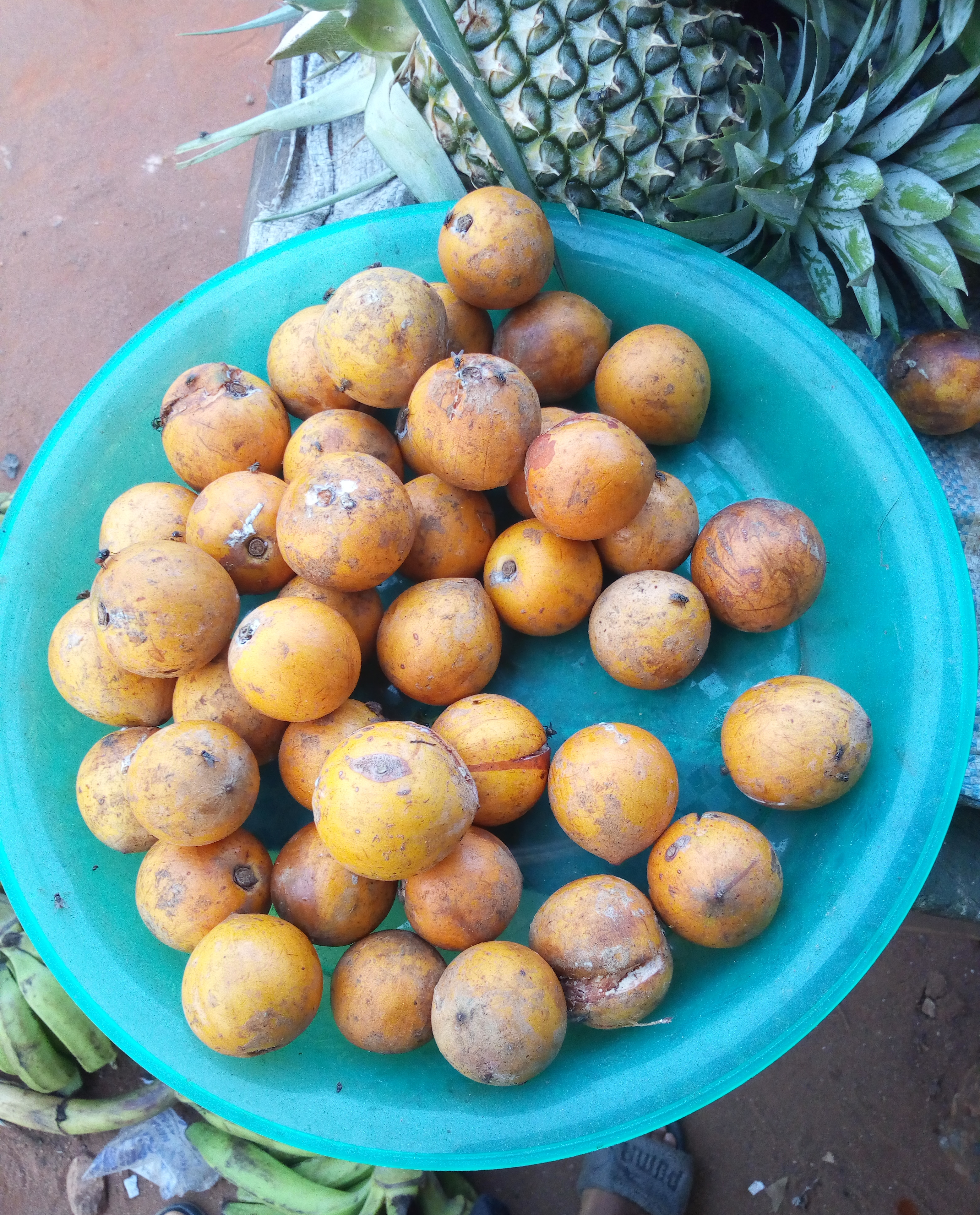
Chrysophyllum albidum (Weißer oder Afrikanischer Sternapfel) (ähnlich ist Chrysophyllum africanum)
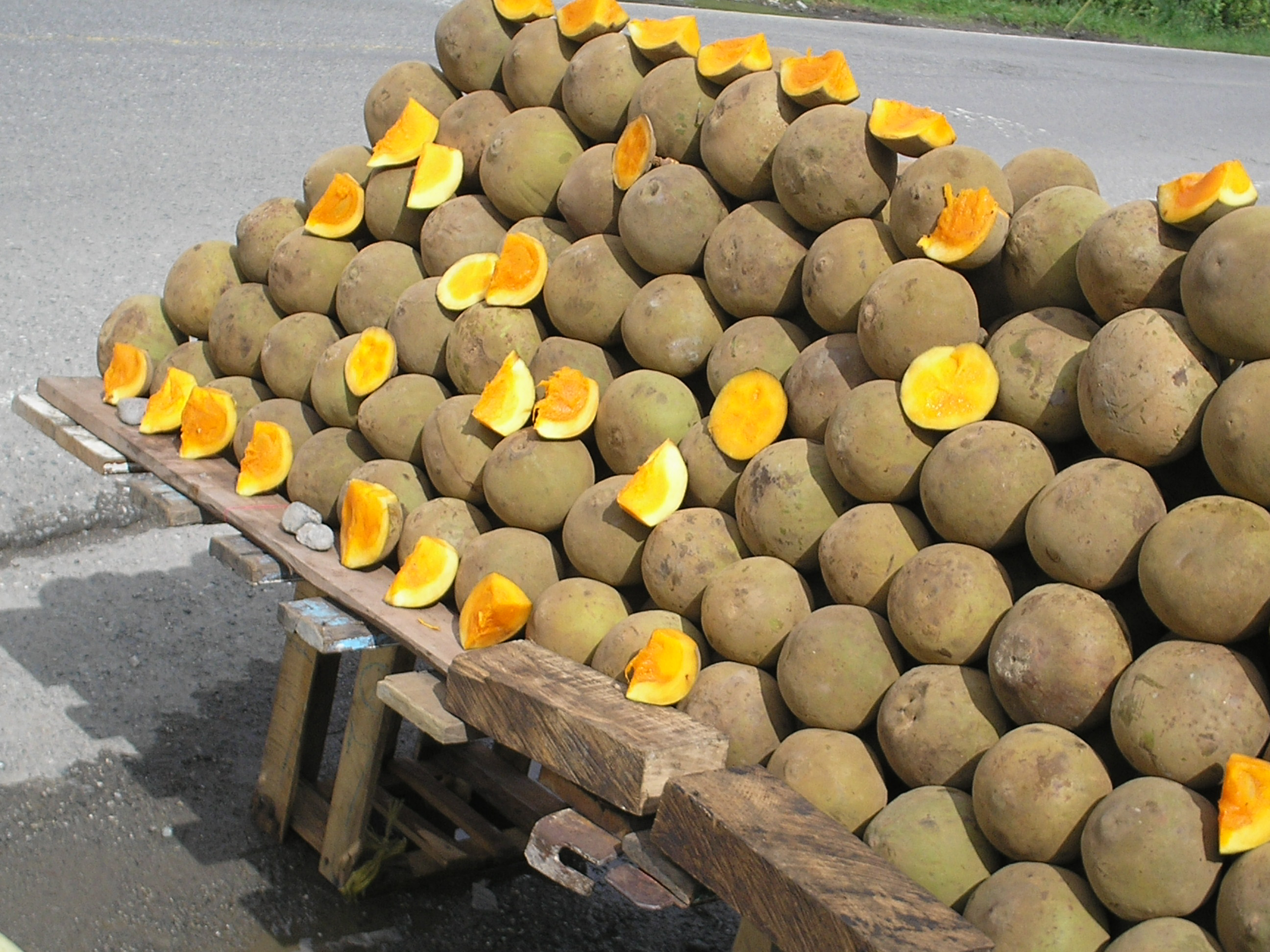
Chupa-Chupa
Citharexylum myrianthum
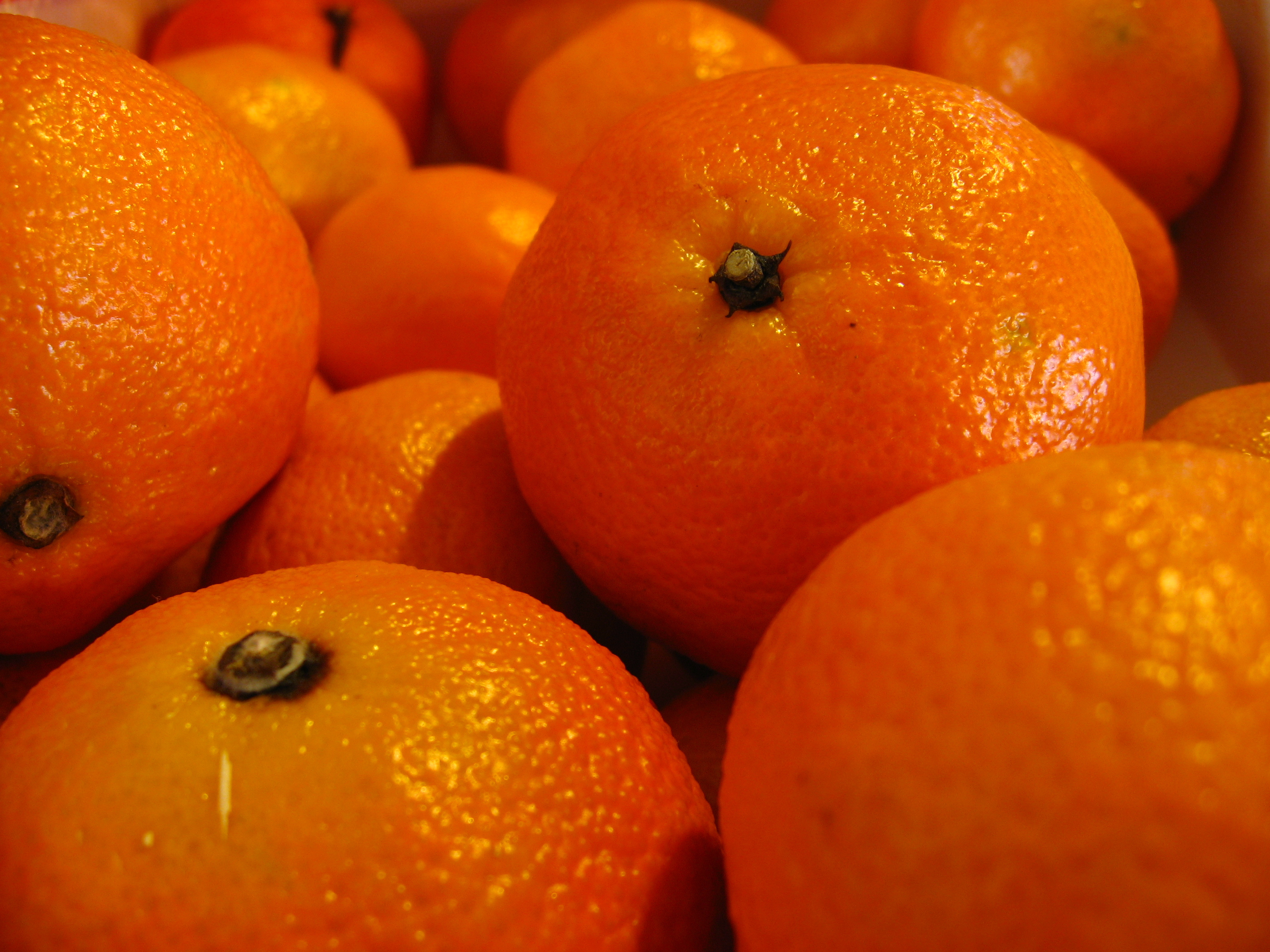
Clementine
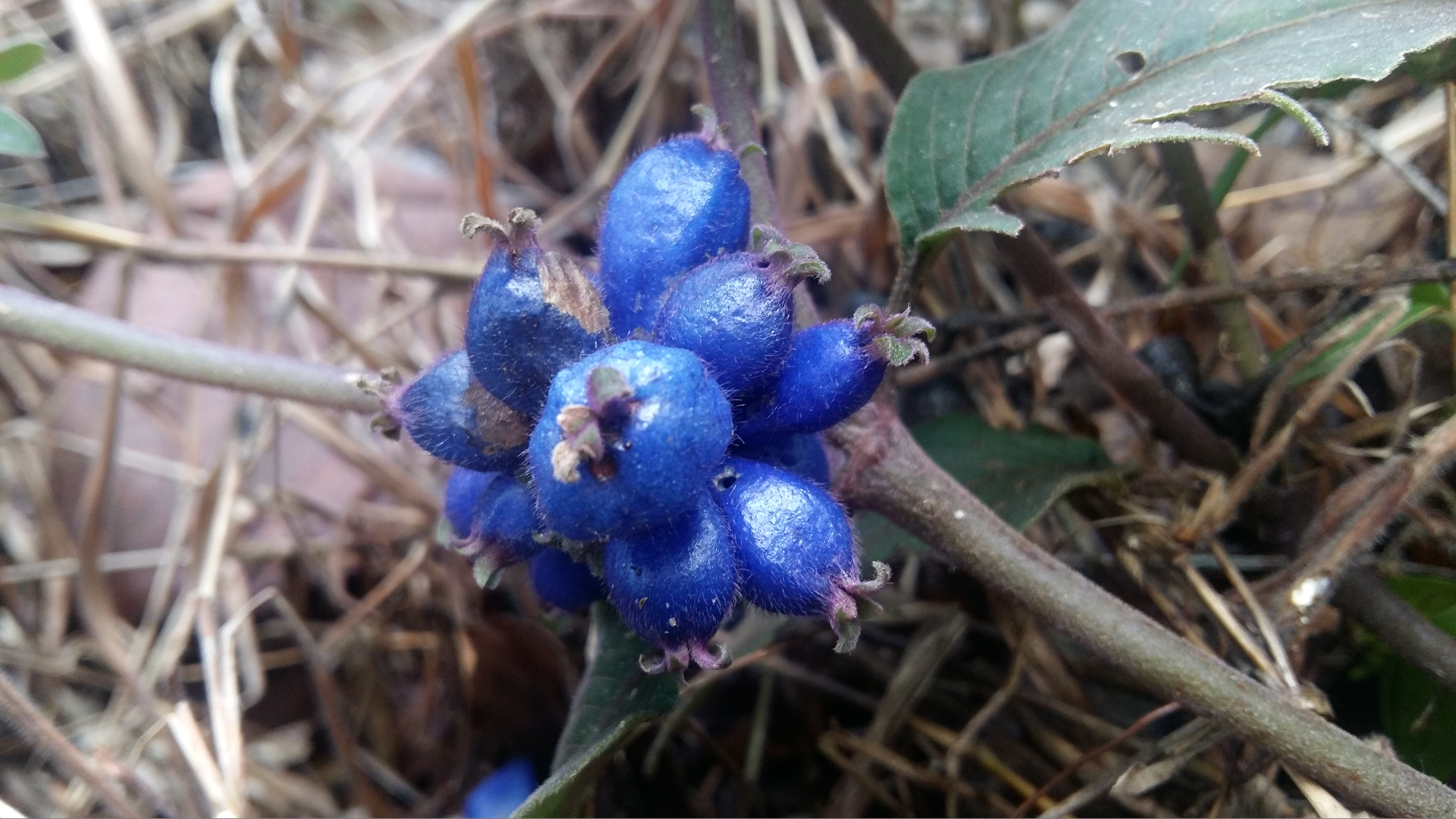
Coccocypselum lanceolatum
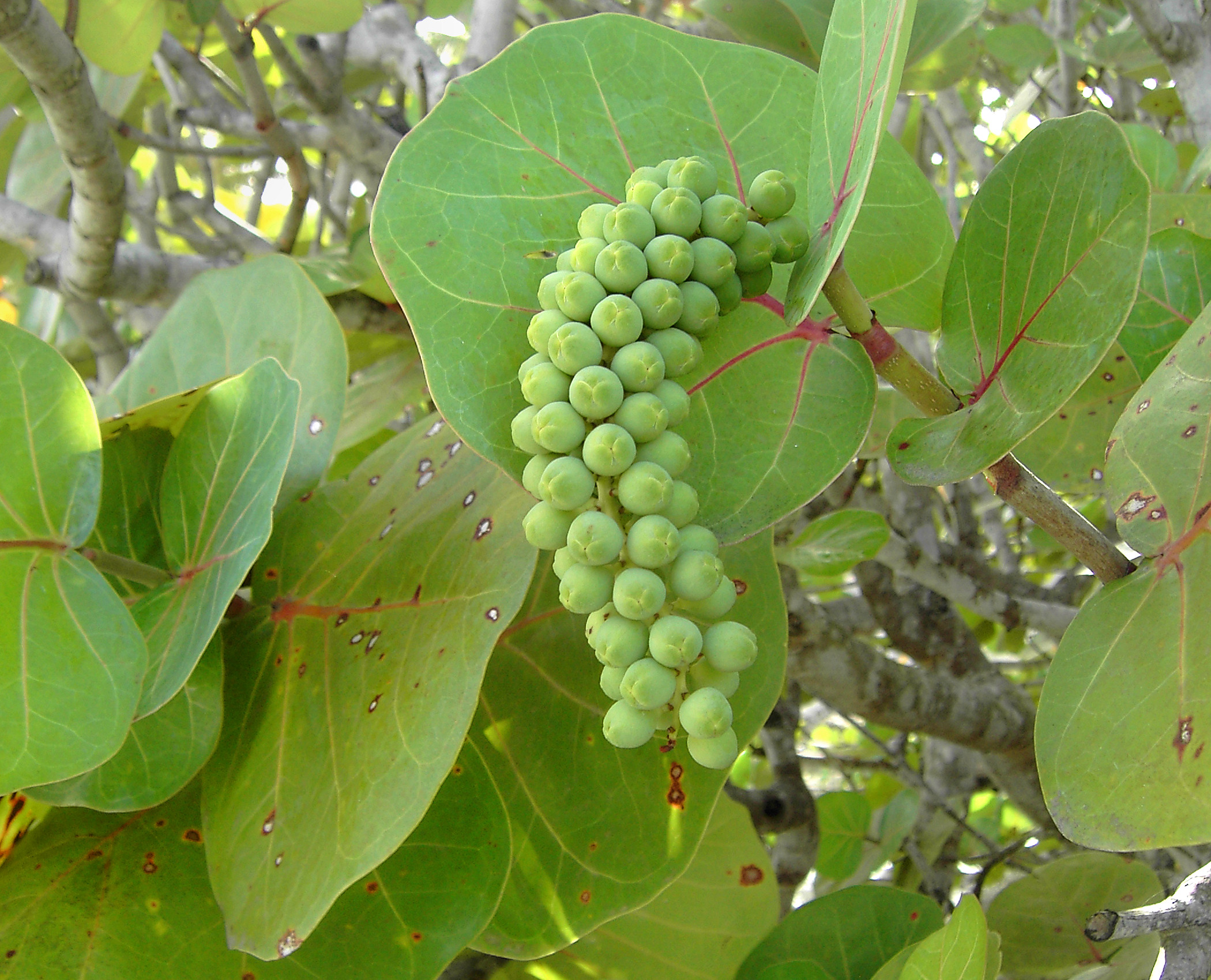
Coccoloba (Meertraube)
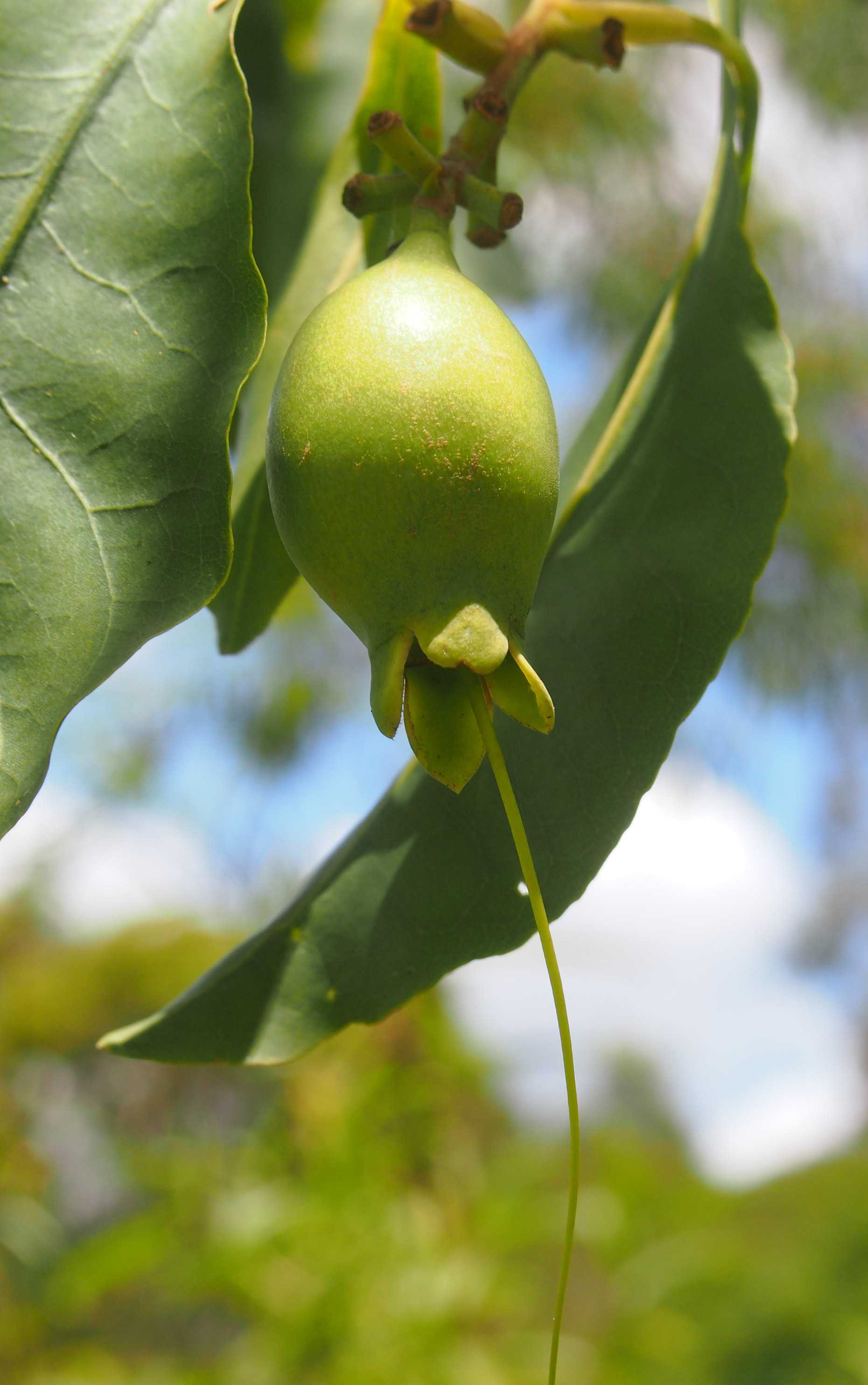
Cockeyapfel
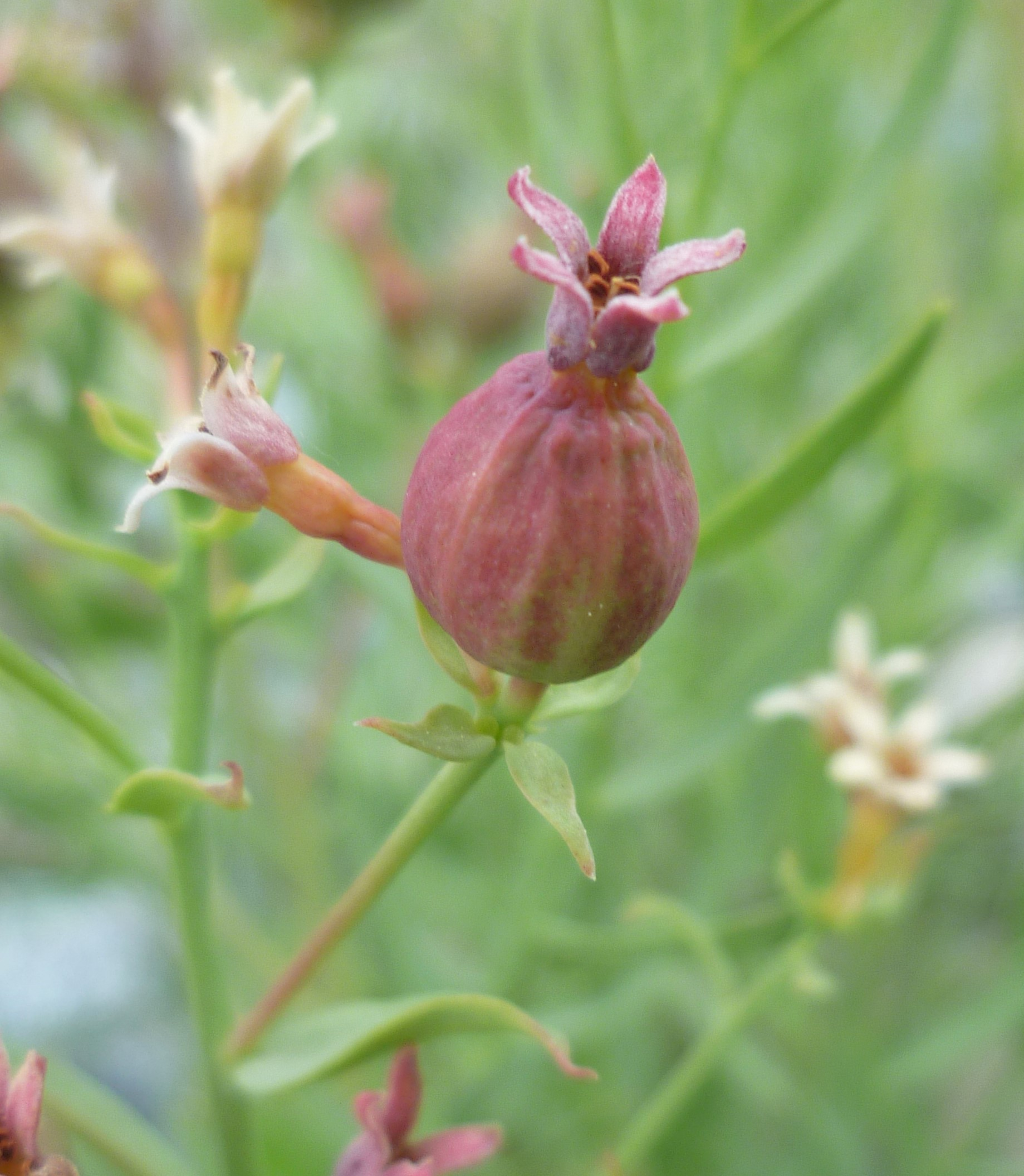
Comandra umbellata subsp. pallida
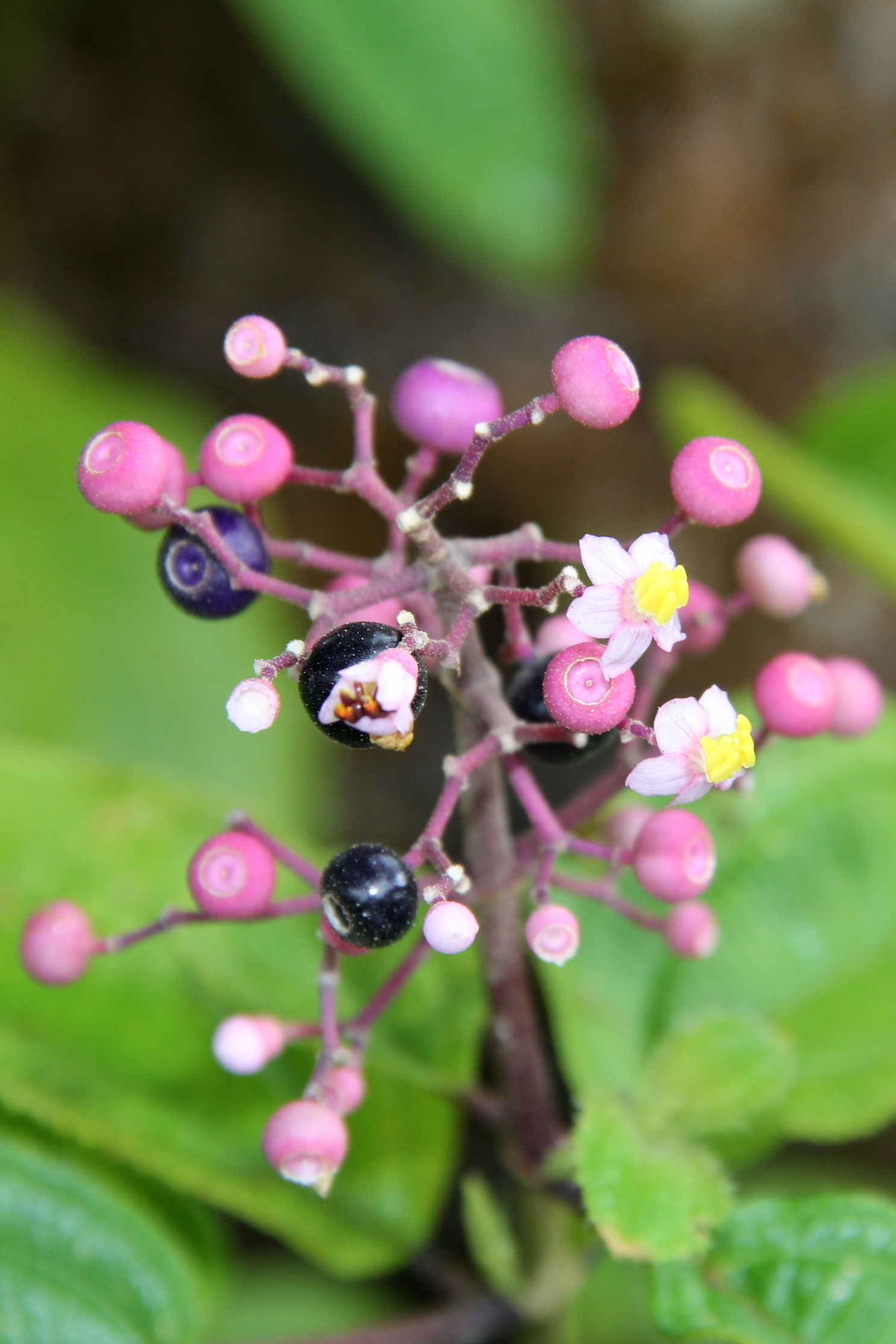
Conostegia xalapensis (ähnliches Bild)
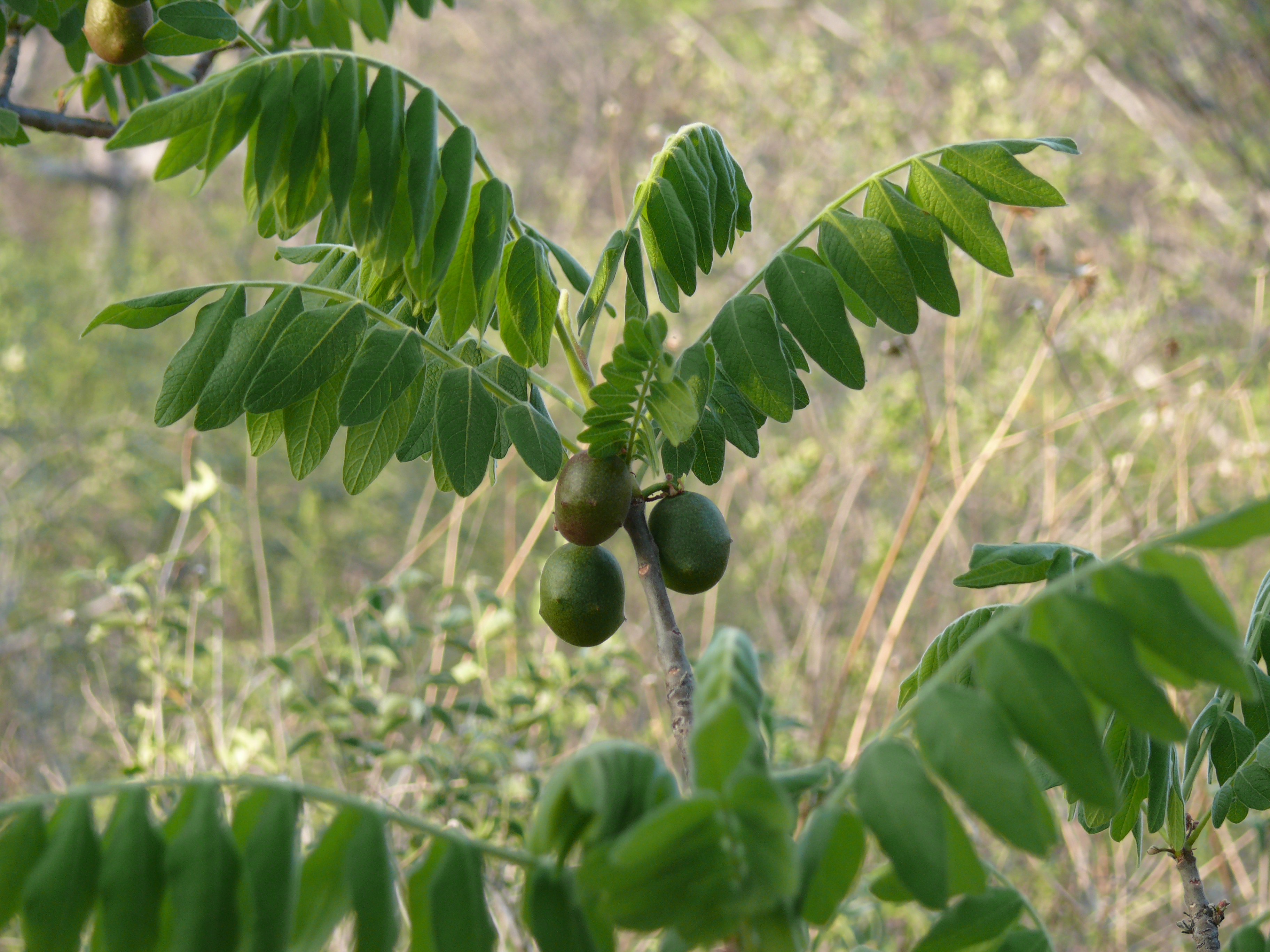
Copalillo (Chupandía, Chupandilla, Copalcocote, Maxocote oder Chucumpum)
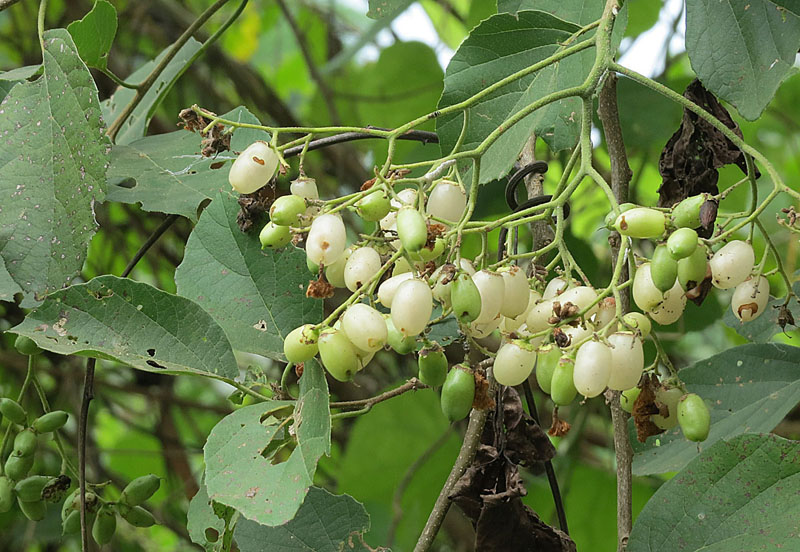
Cordia dentata
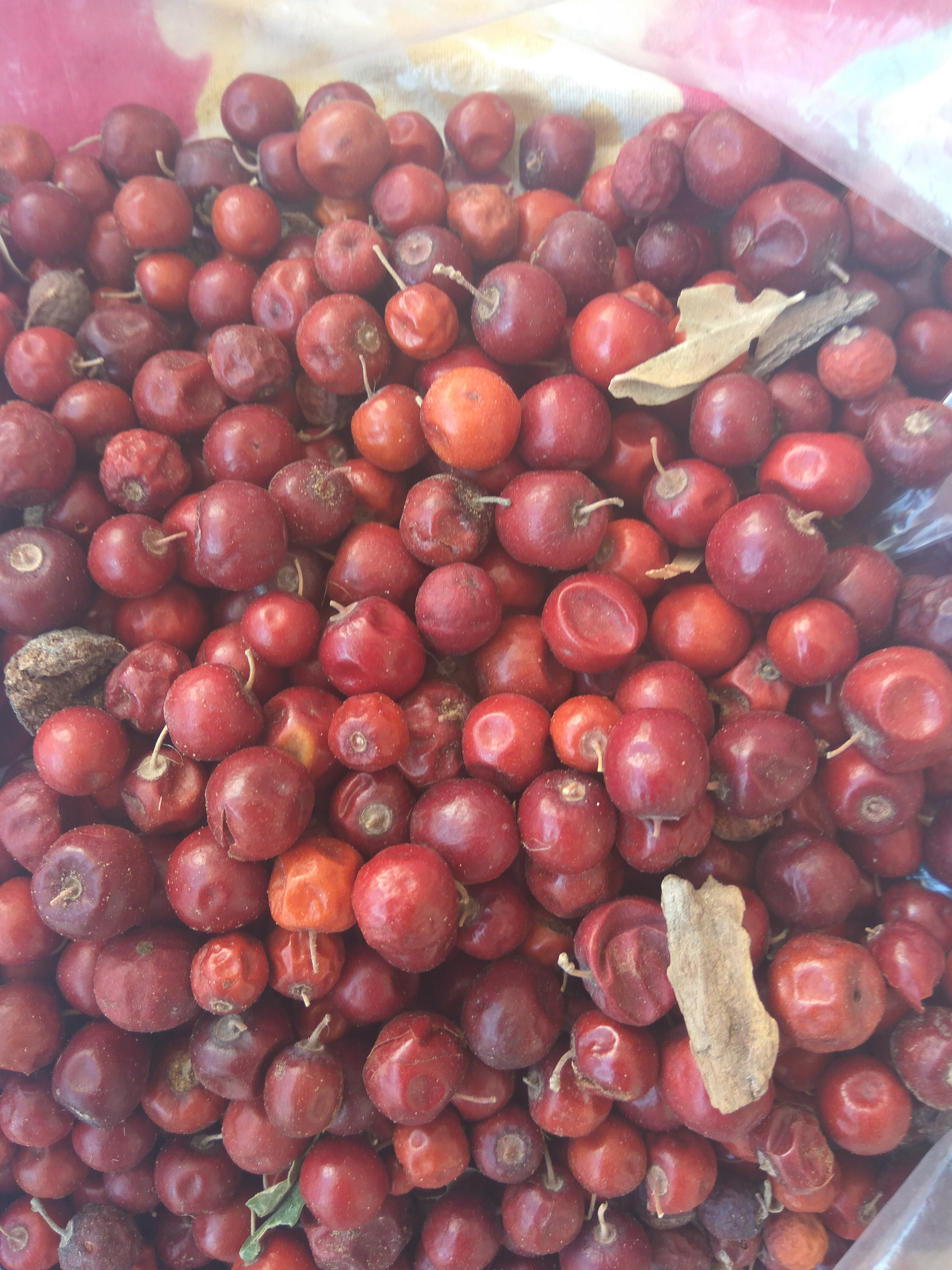
Cordia dichotoma
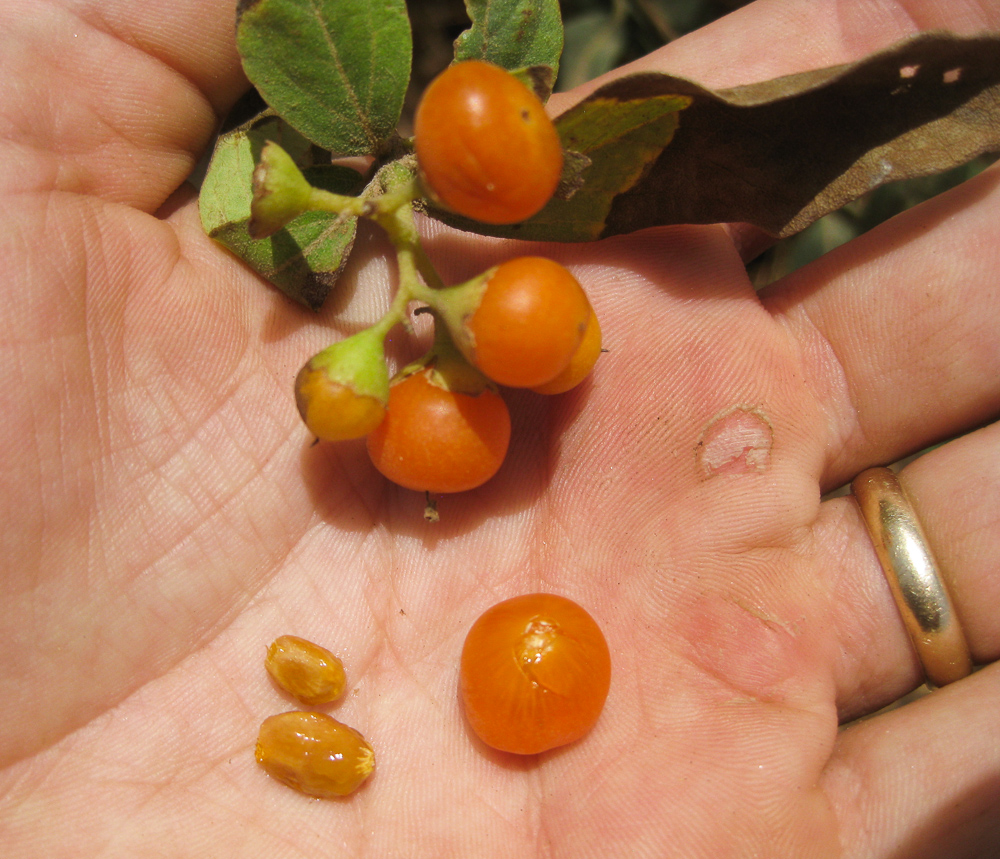
Cordia sinensis
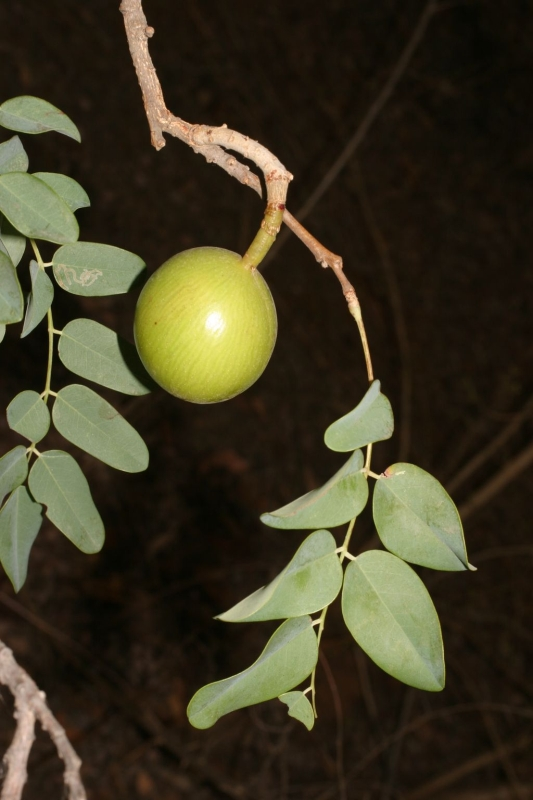
Cordyla pinnata
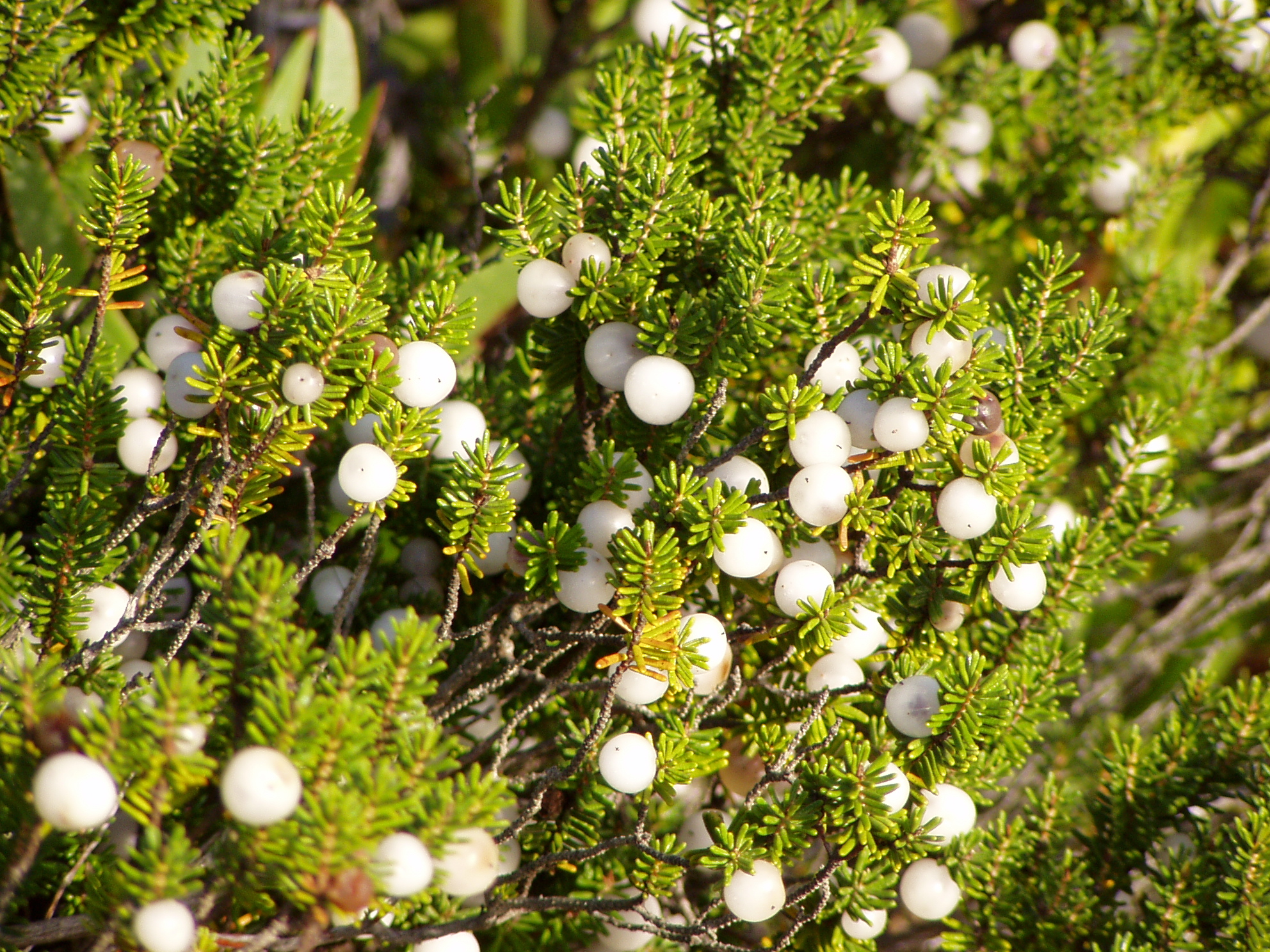
Corema album (Camarinha)
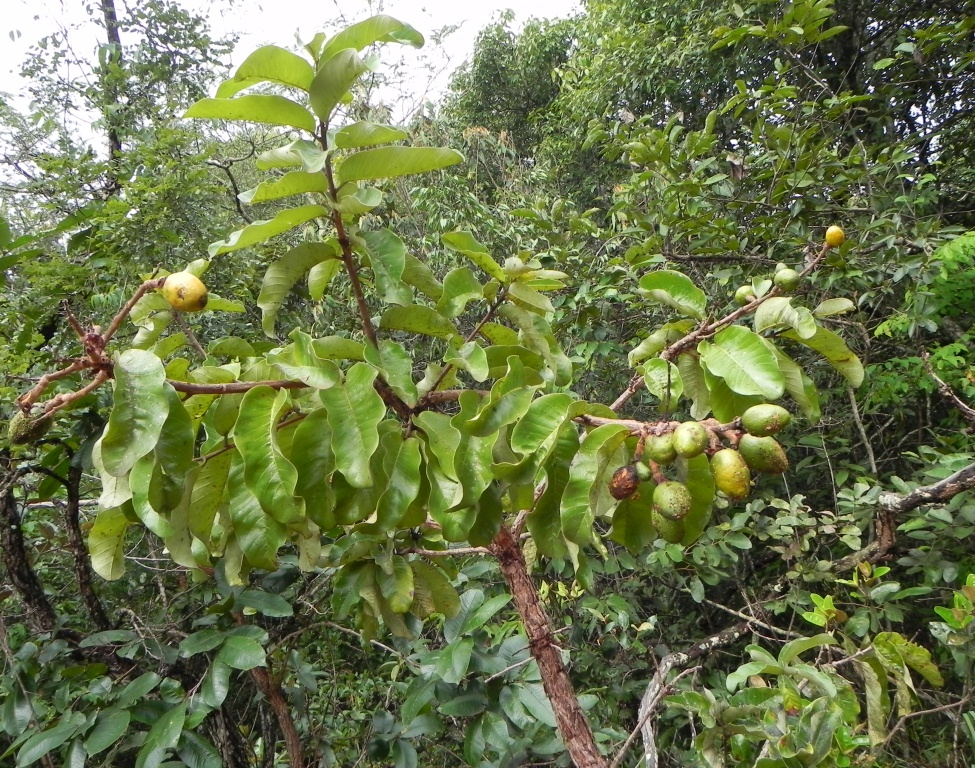
Couepia grandiflora
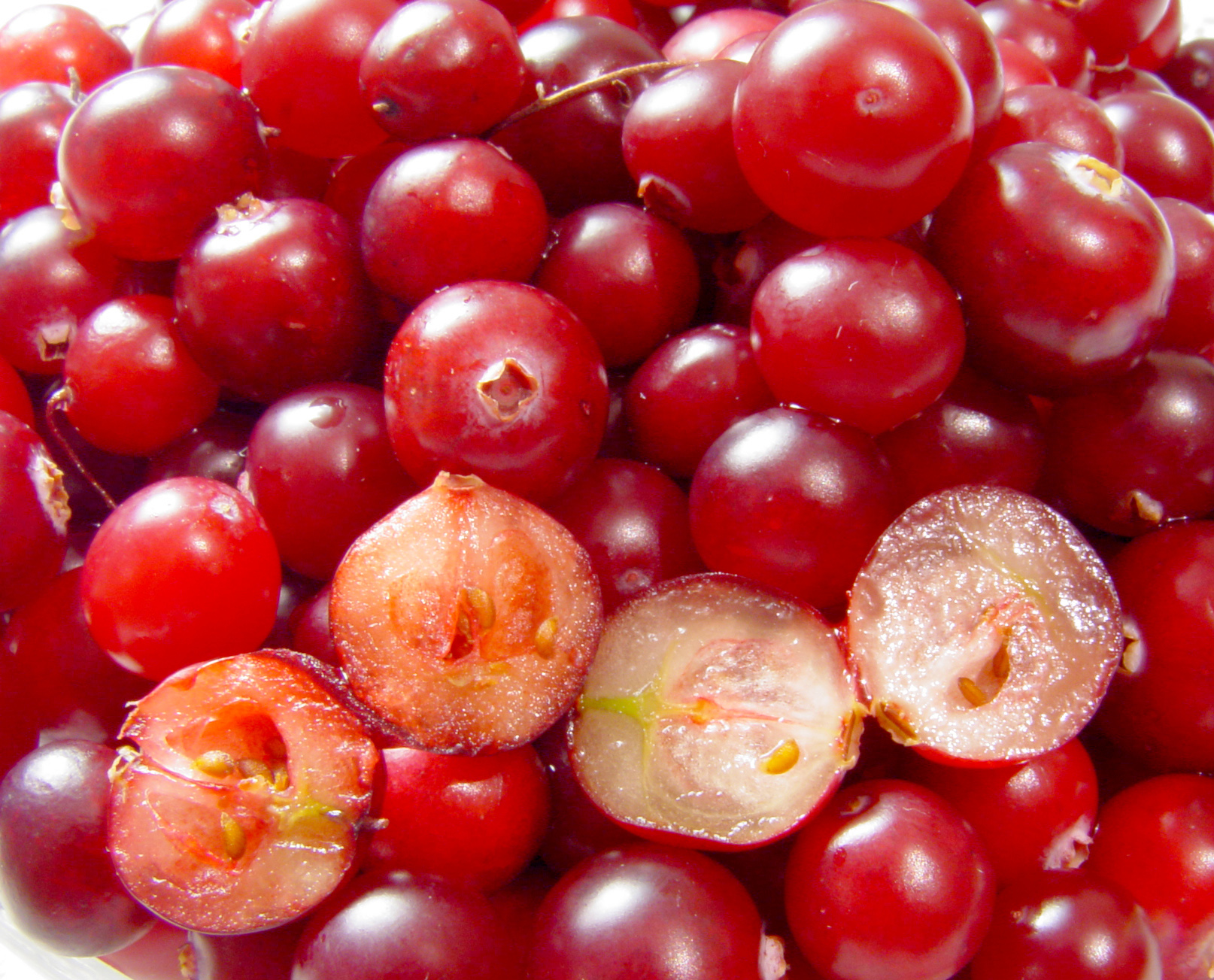
Cranberry (Kranbeere)
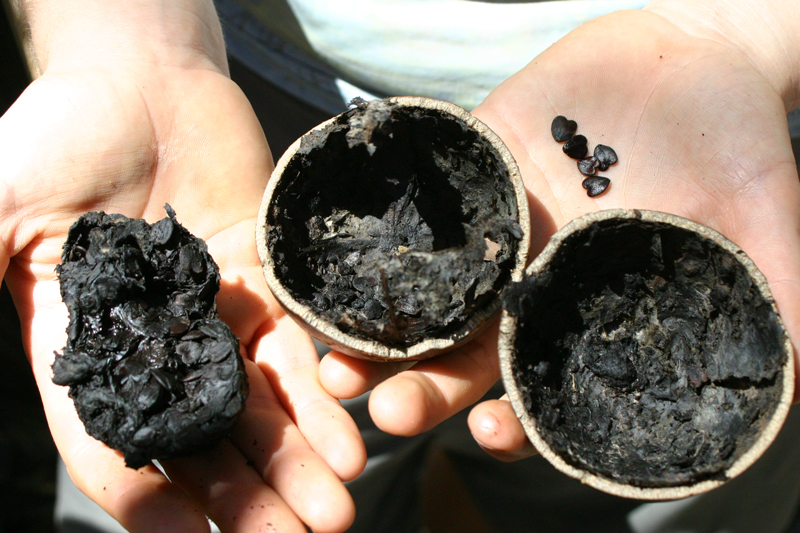
Crescentia alata
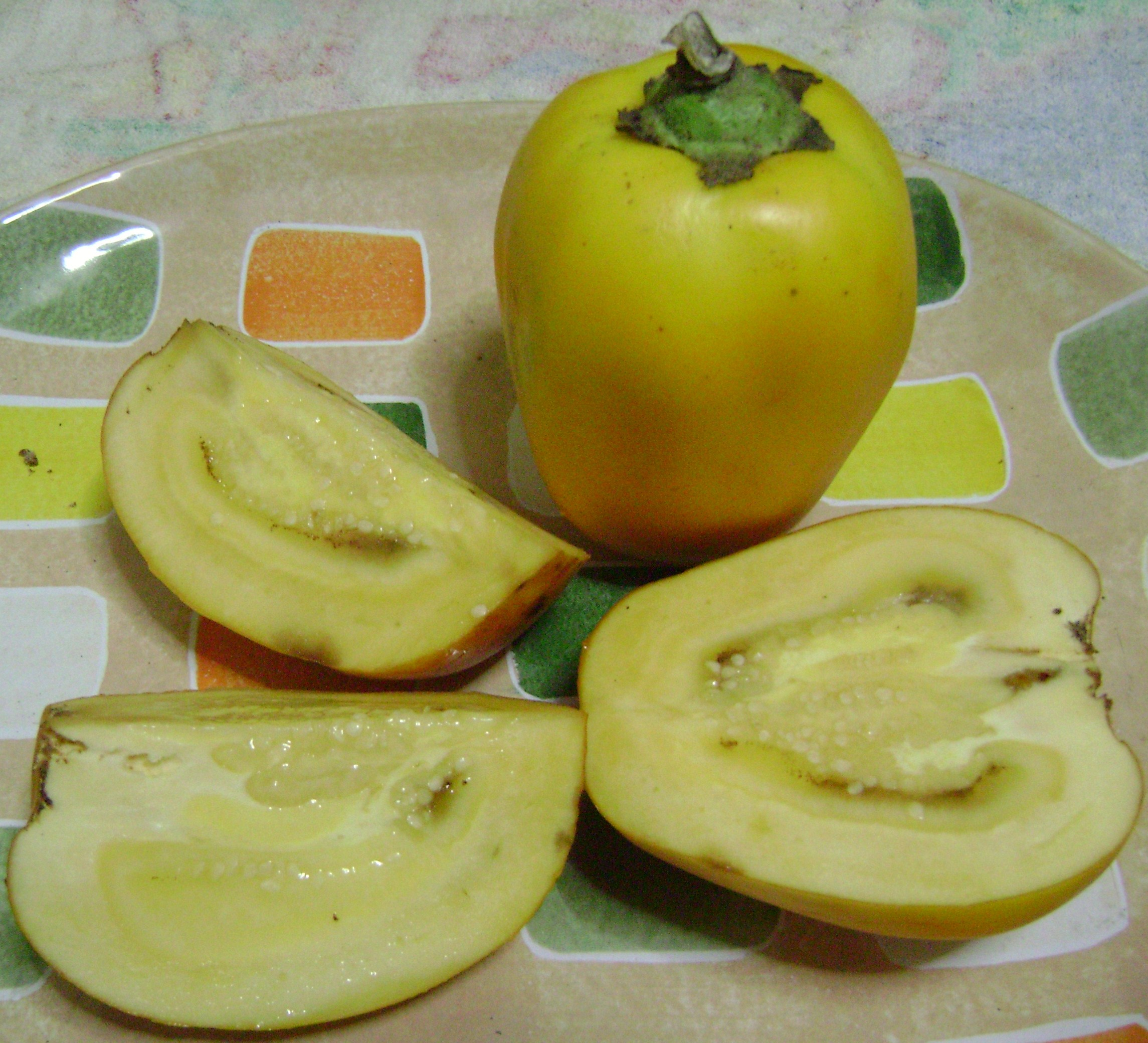
Cubiu (Cocona)
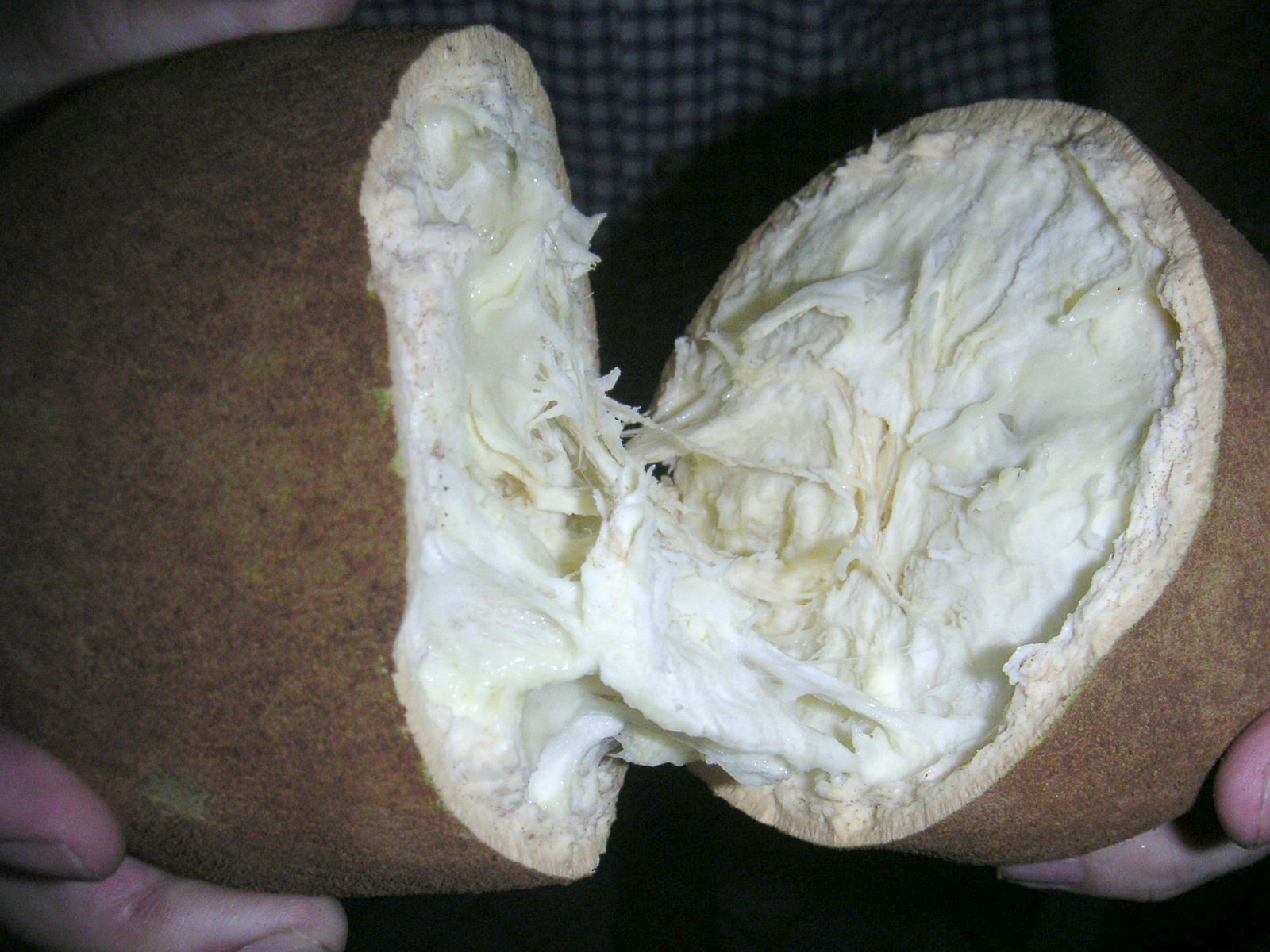
Cupuaçu
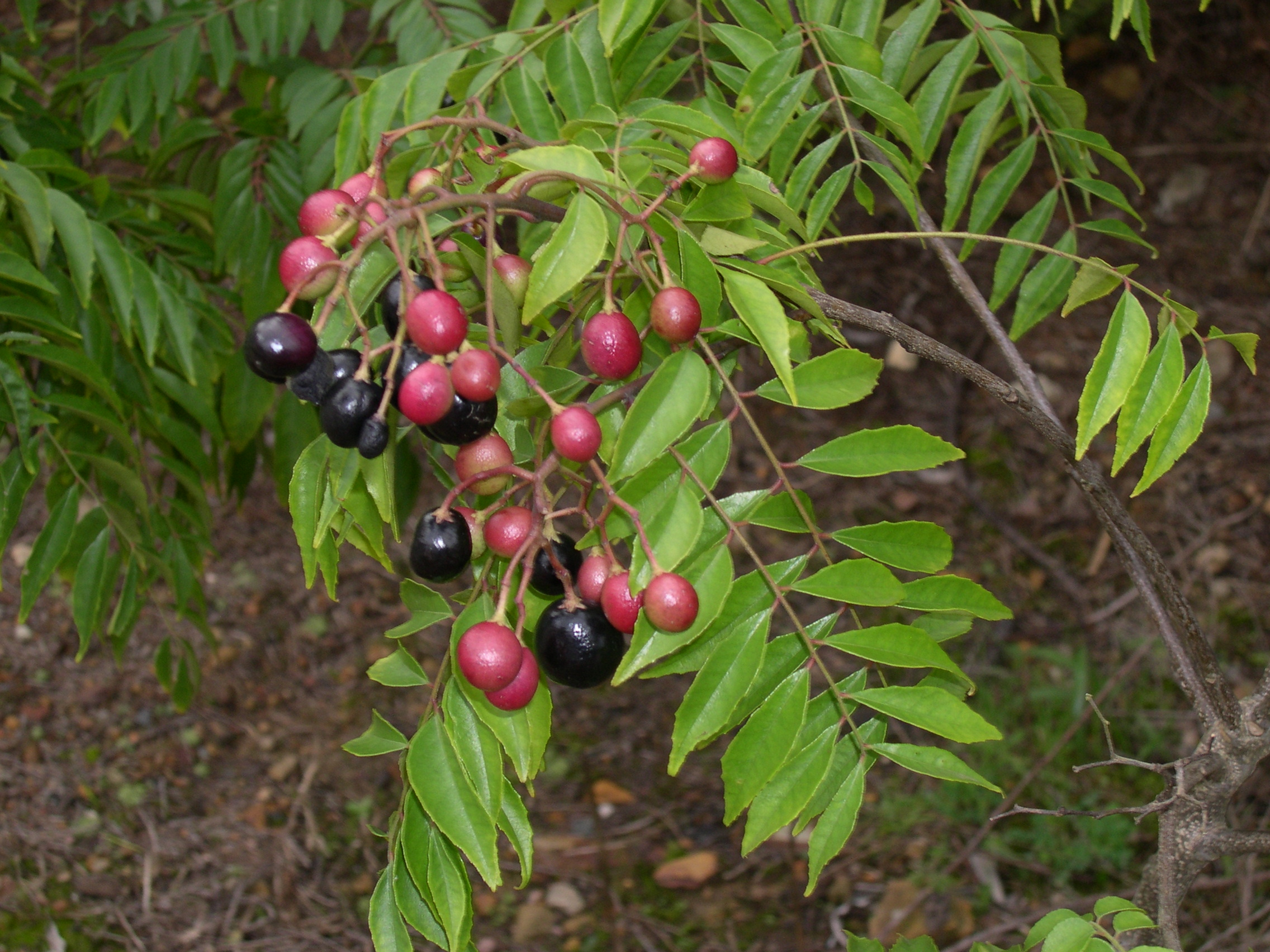
Currybaum
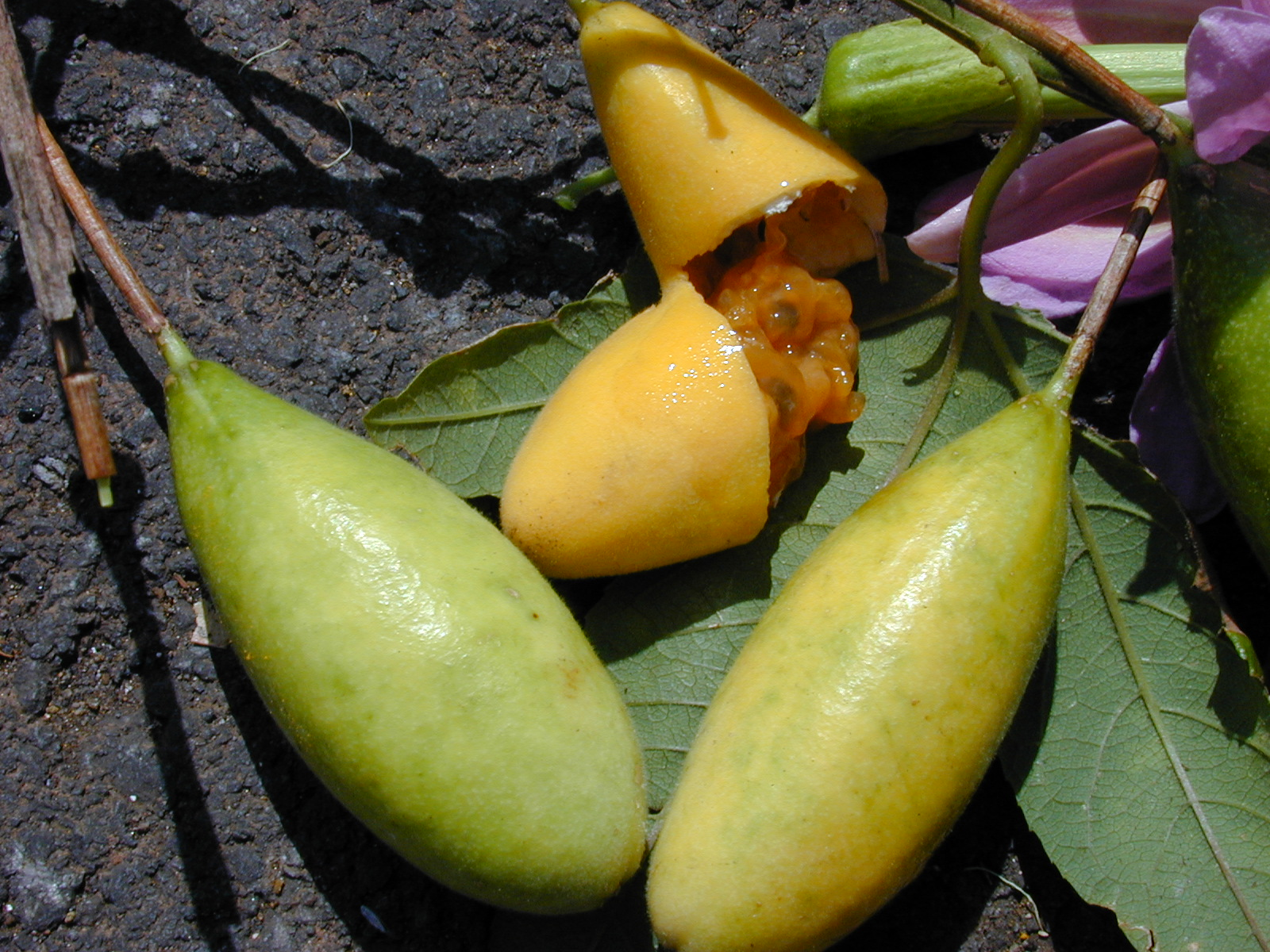
Curuba (Bananen-Passionsfrucht)
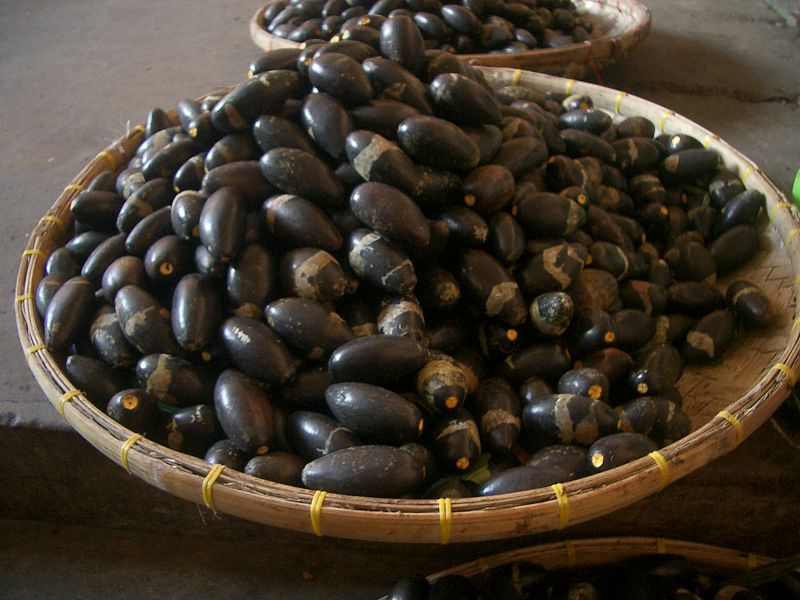
Dabai (ähnliches Bild)
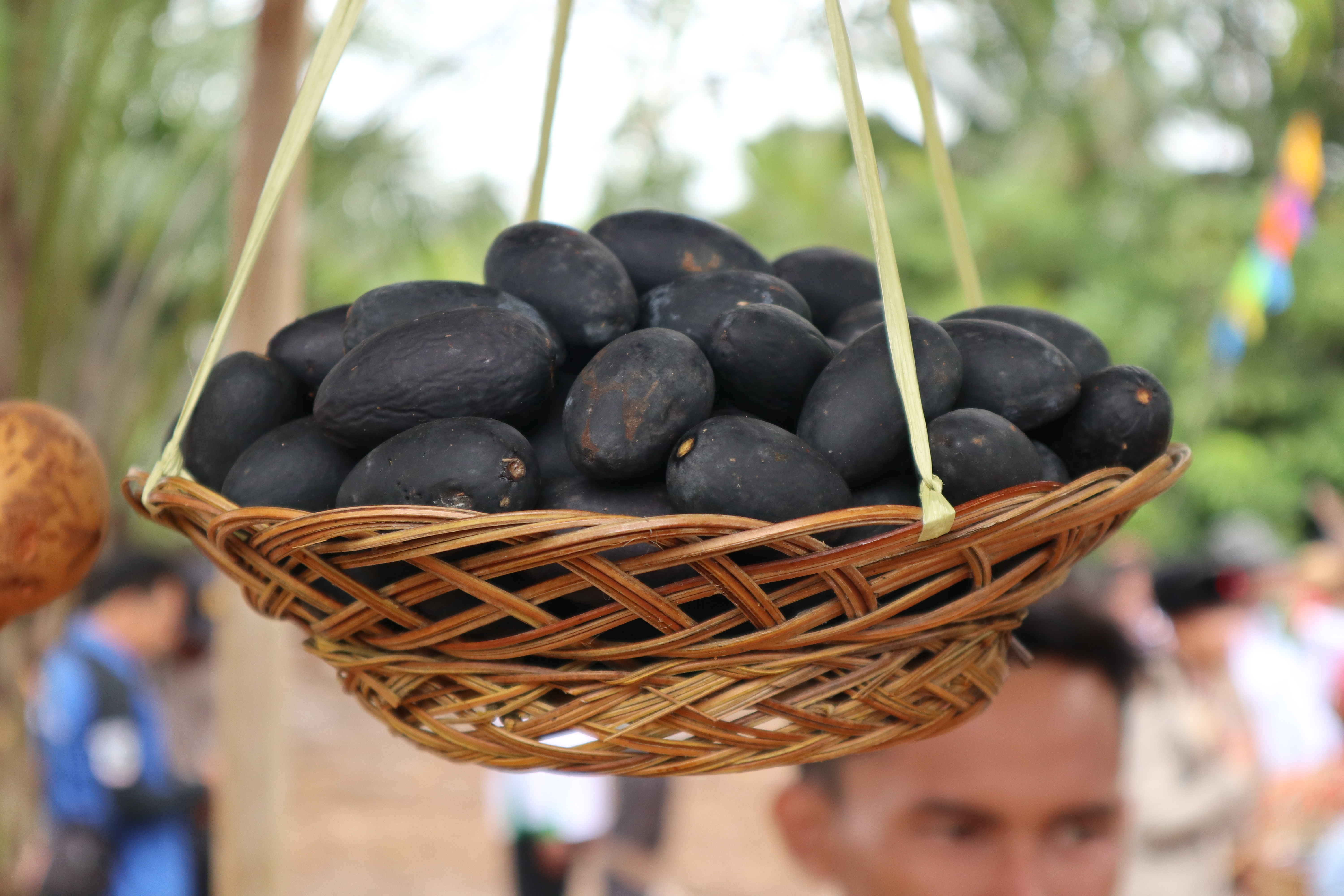
Dacryodes rostrata (Kumbayau, Kembayau)
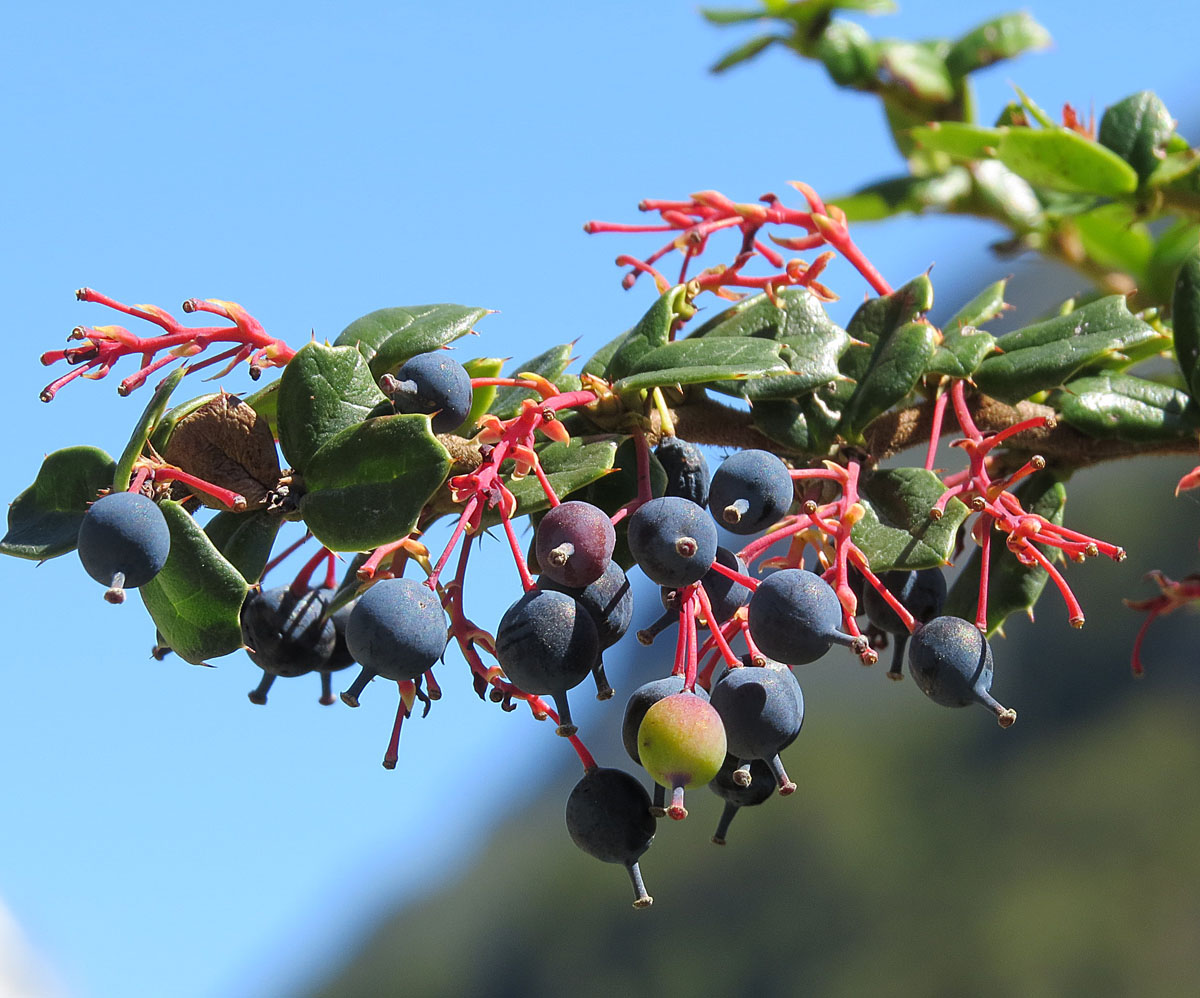
Darwins Berberitze
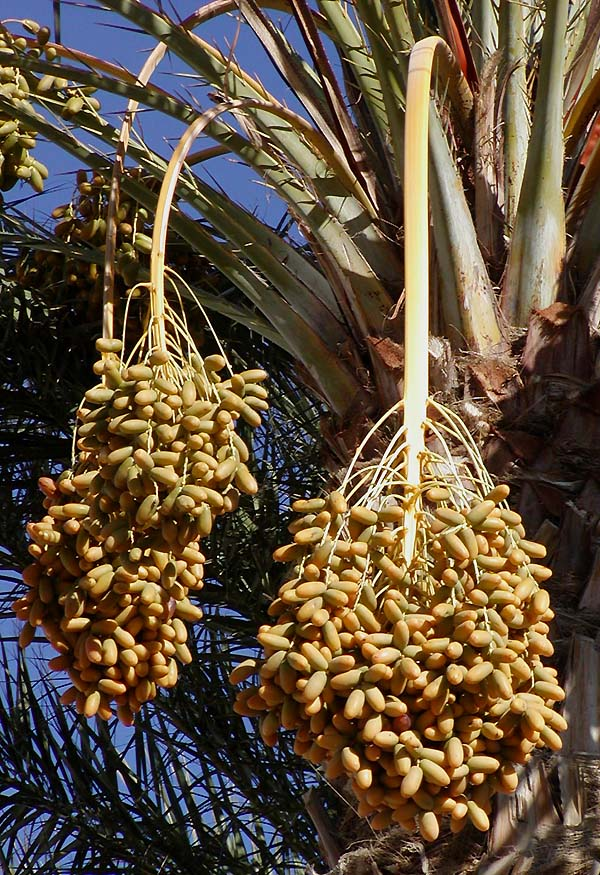
Dattel
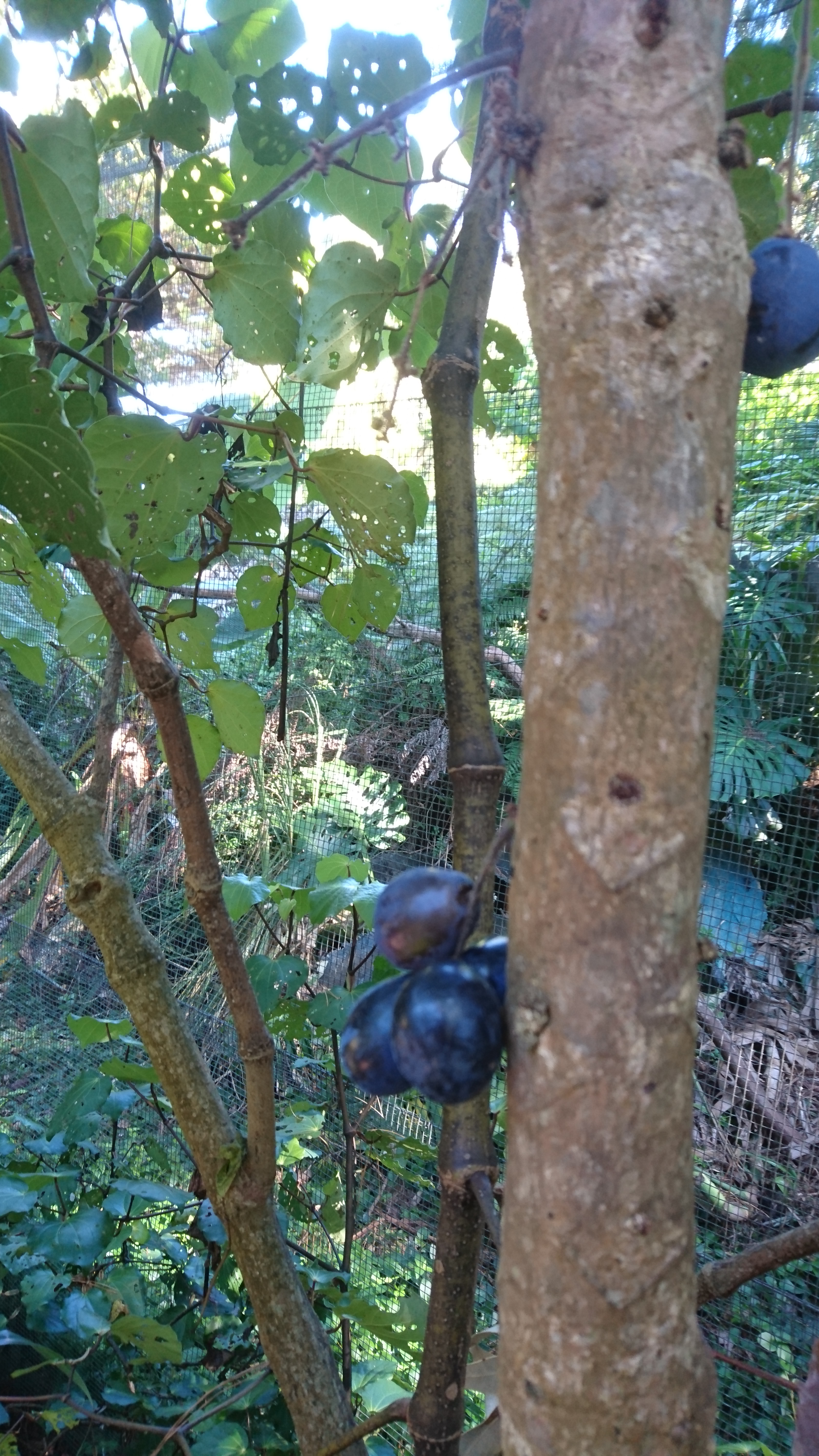
Davidsonspflaume (Davidsonia jerseyana, Davidsonia pruriens)
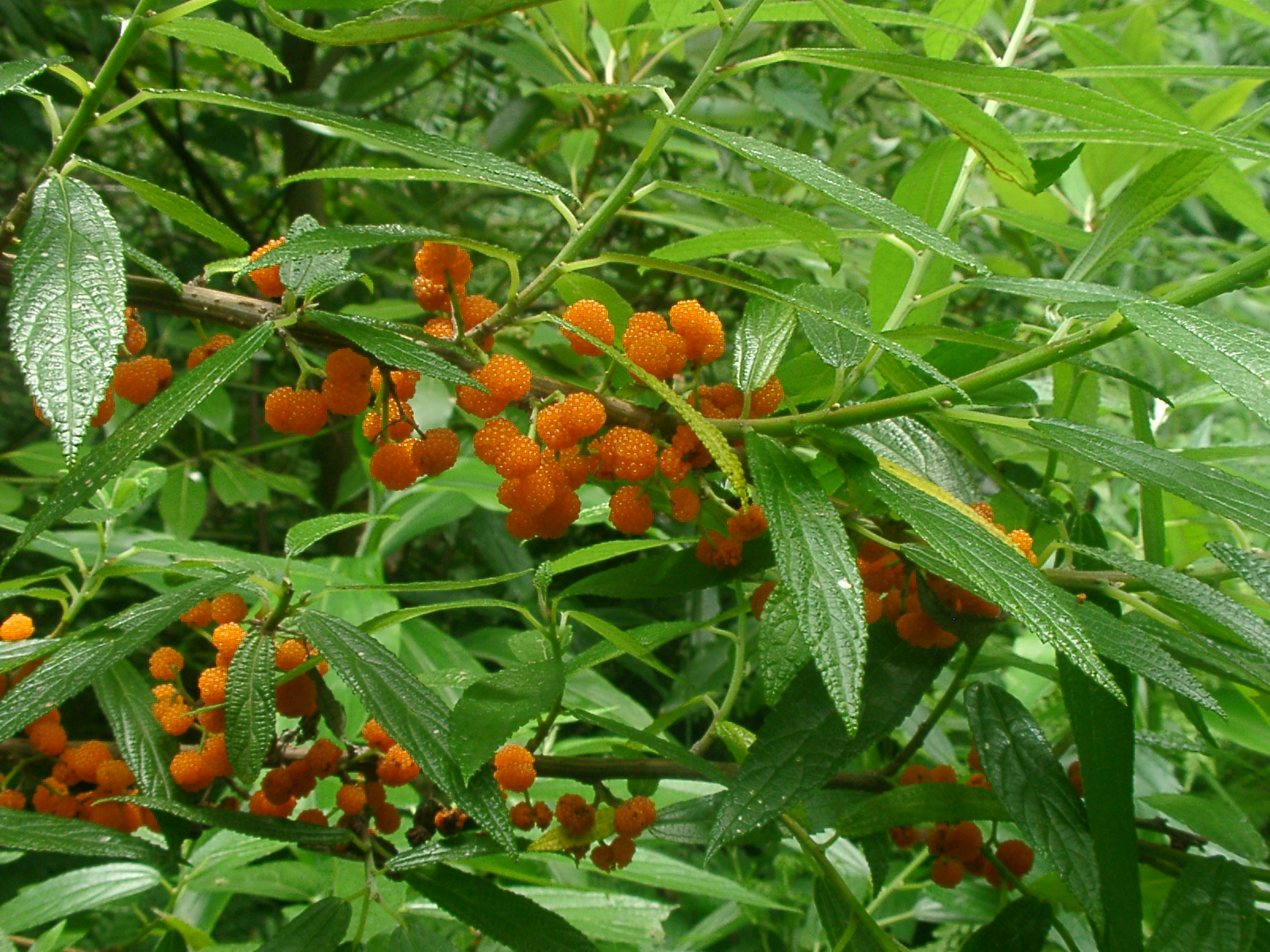
Debregeasia edulis
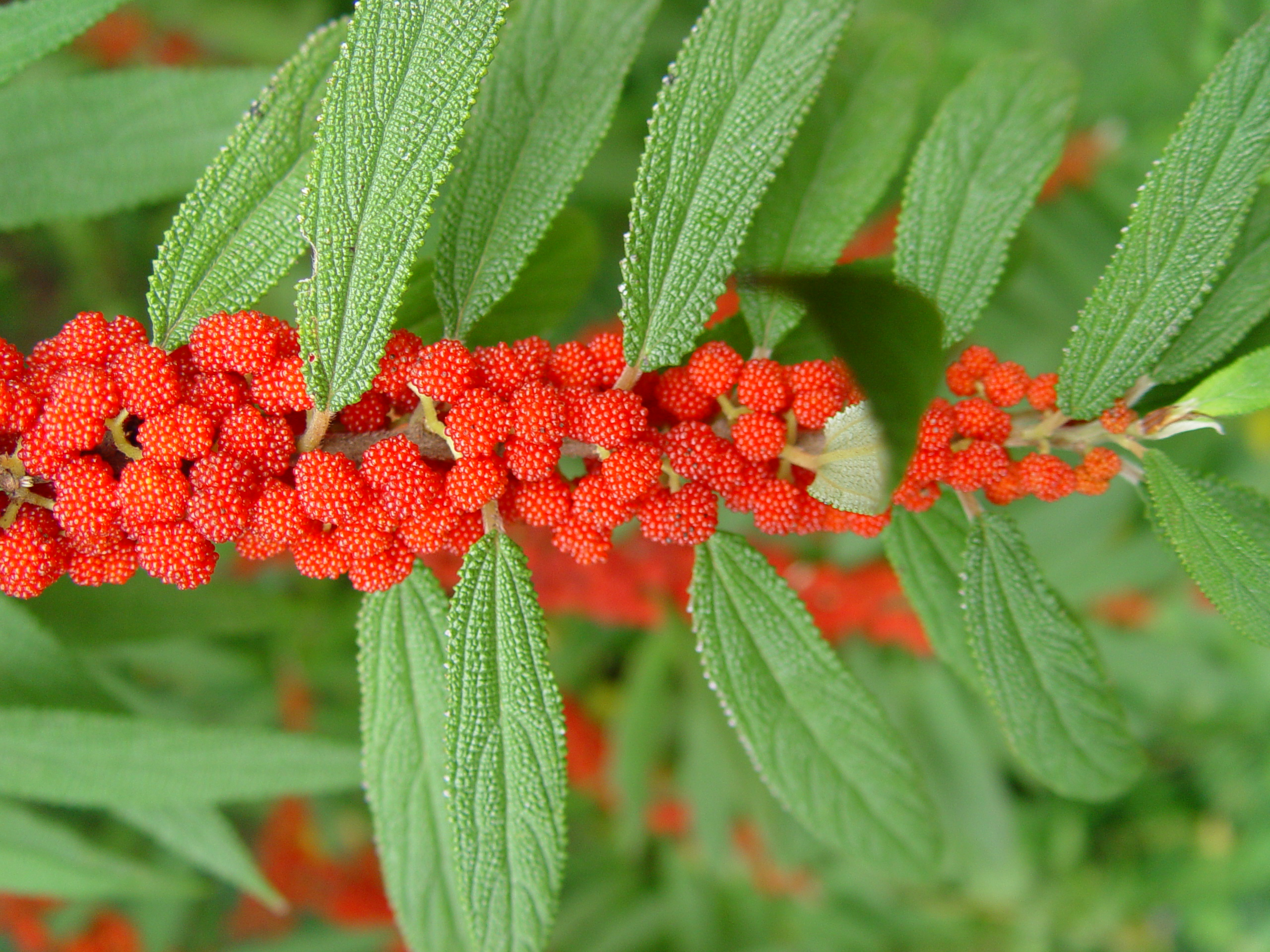
Debregeasia longifolia
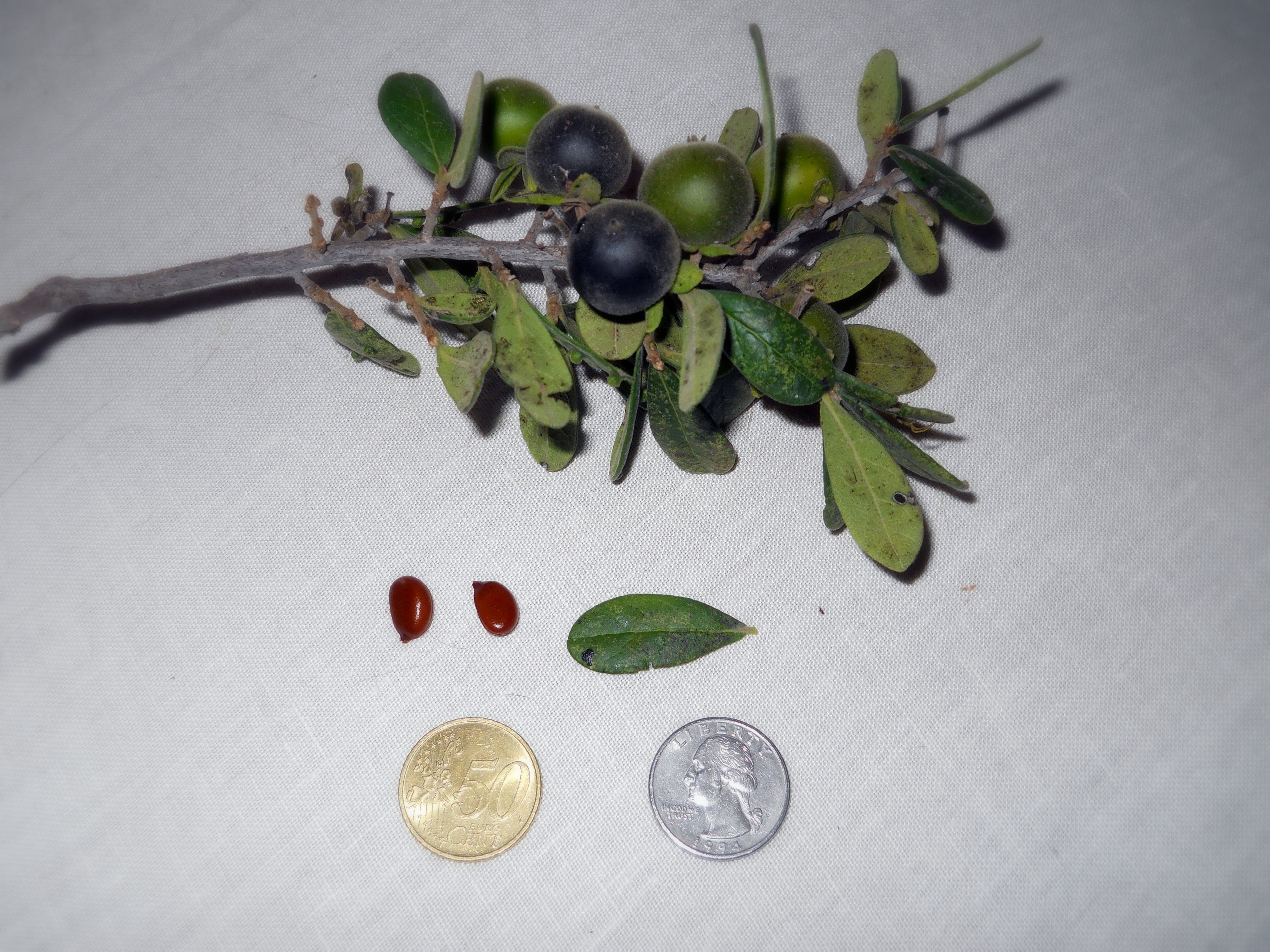
Diospyros texana
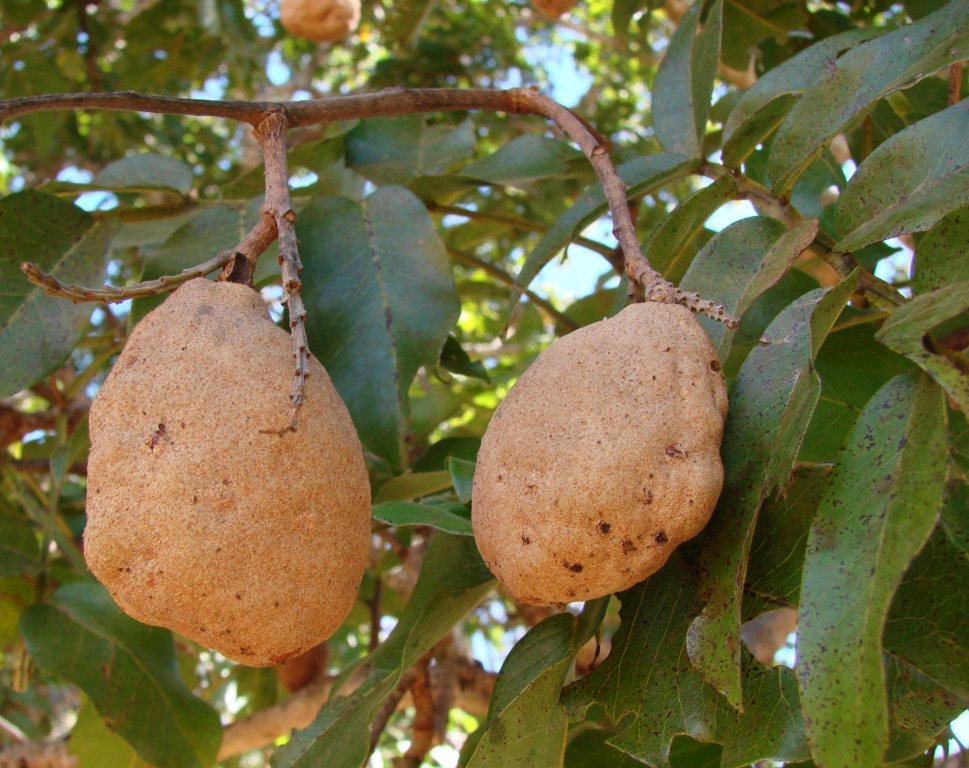
Dipteryx alata (Baru)
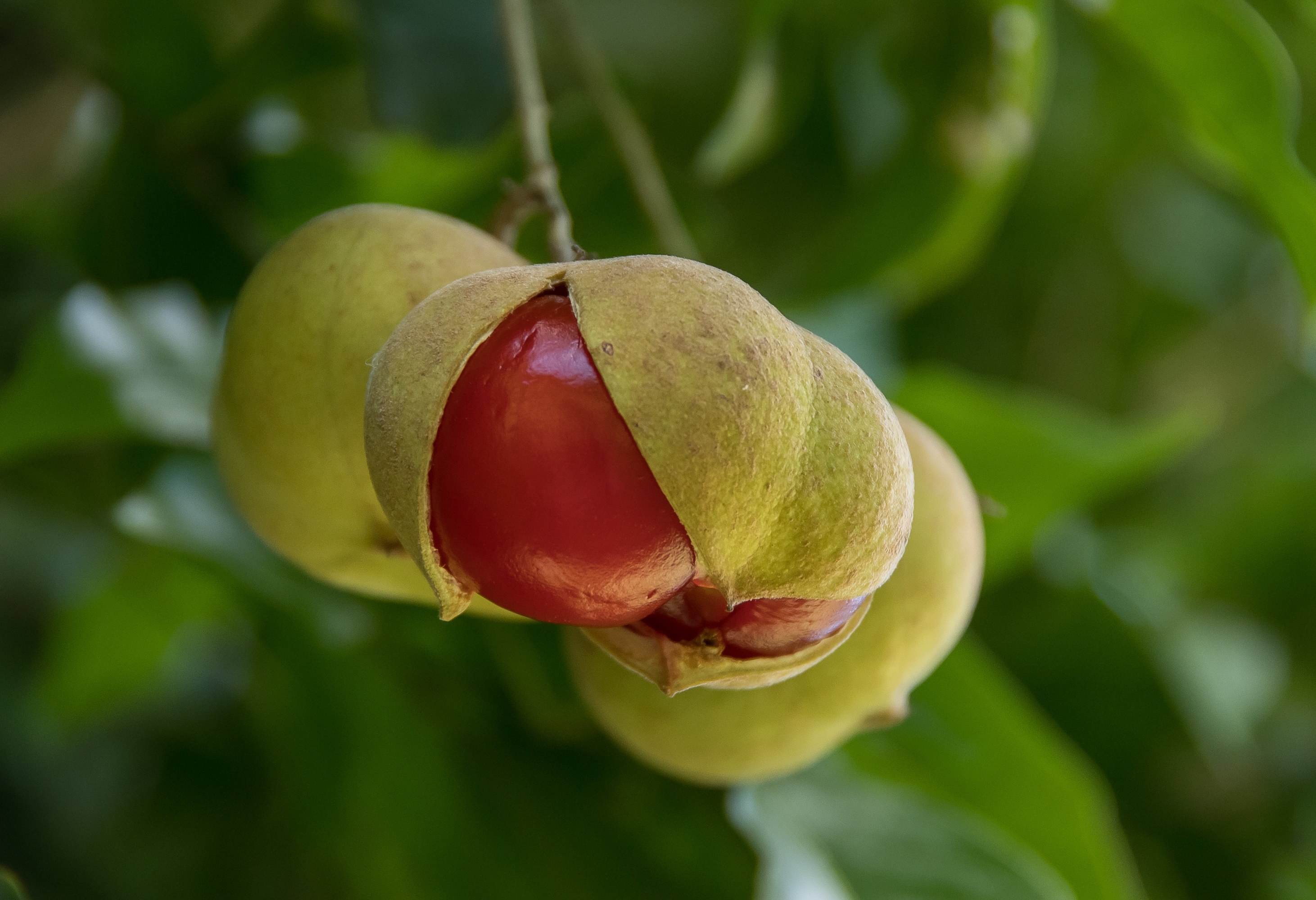
Diploglottis campbellii
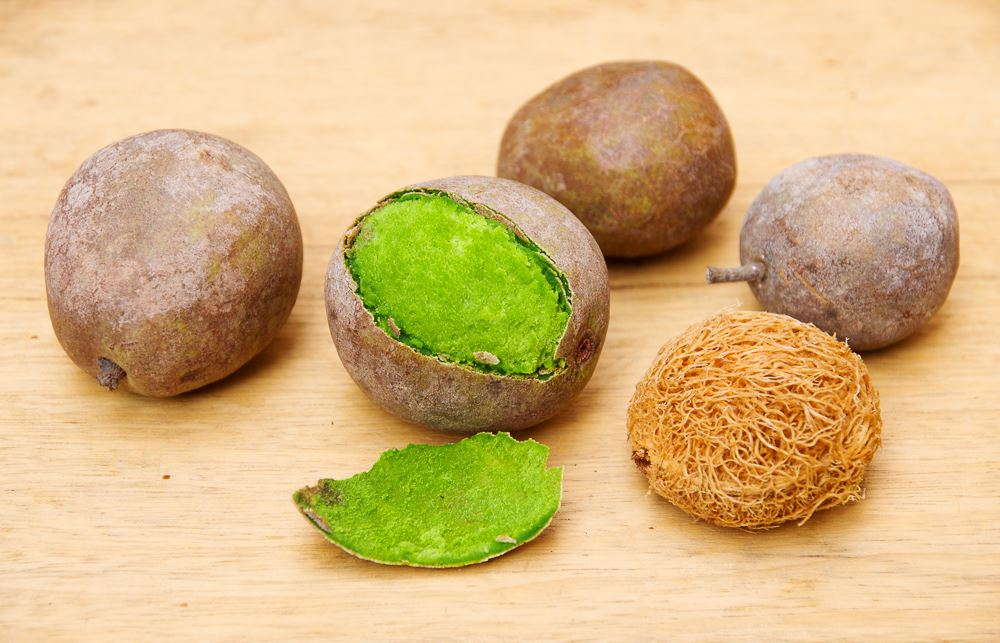
Ditakh
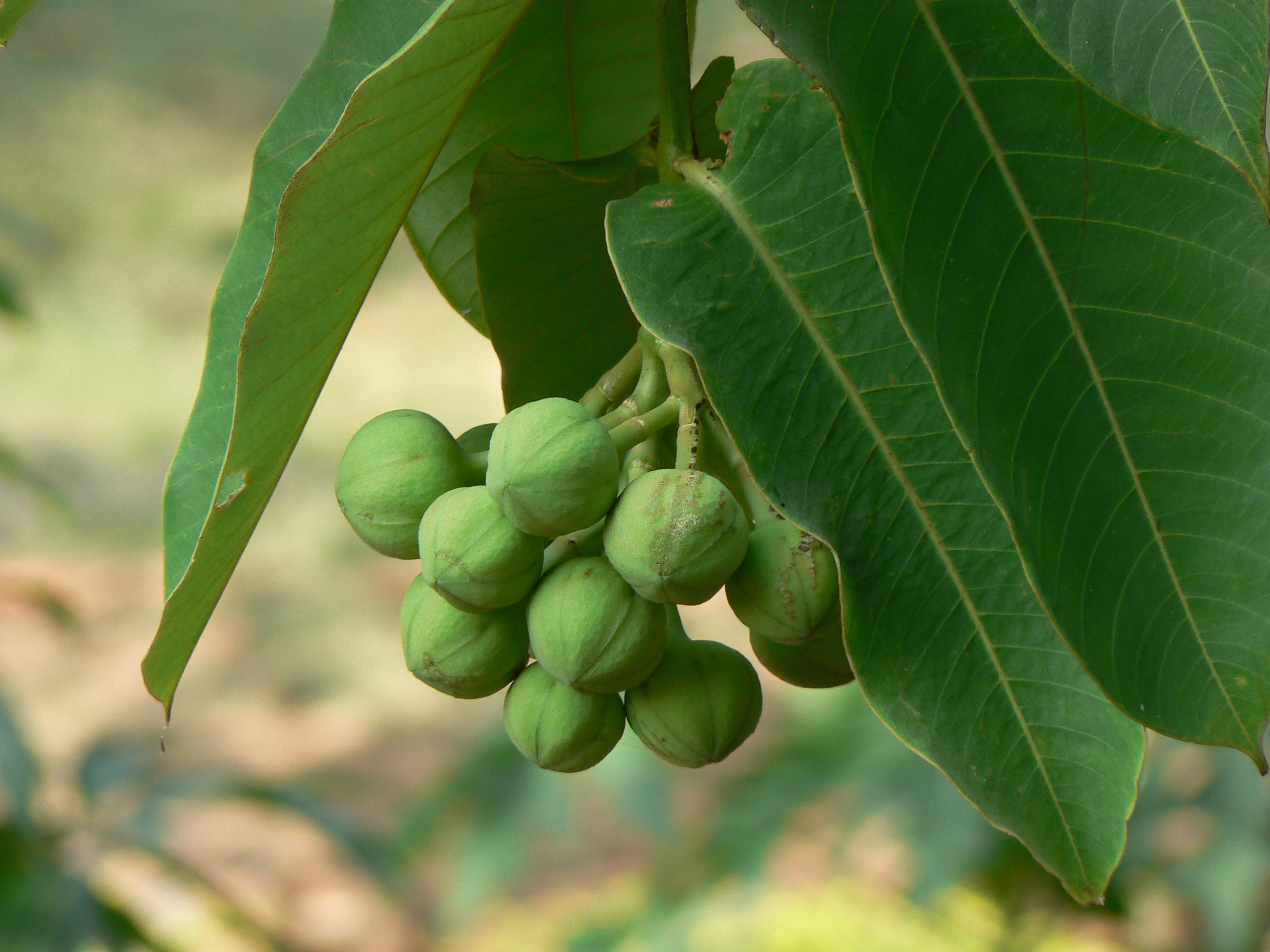
Duabanga grandiflora (nur junge Früchte sind essbar)
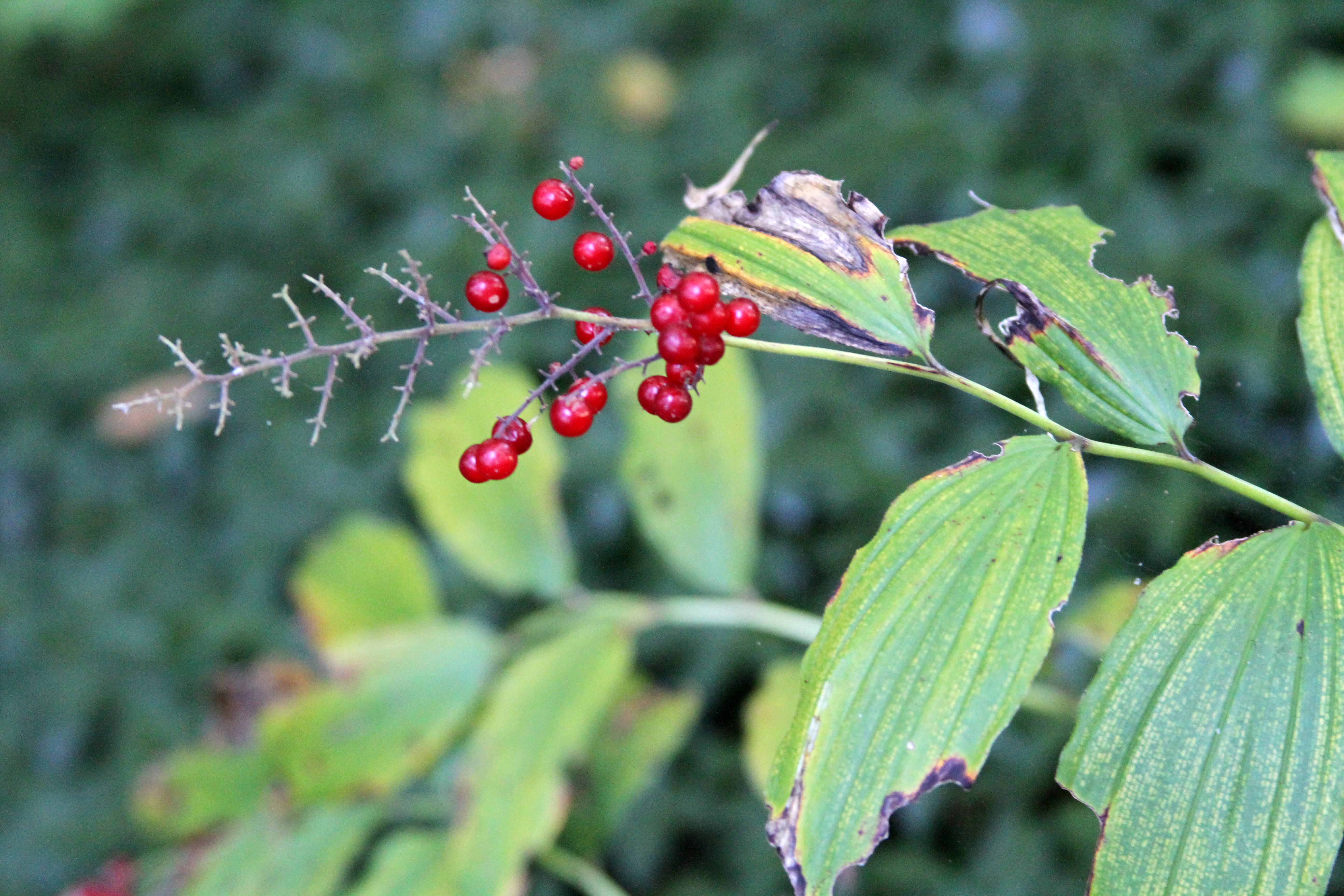
Duftsiegel
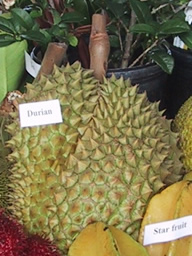
Durian
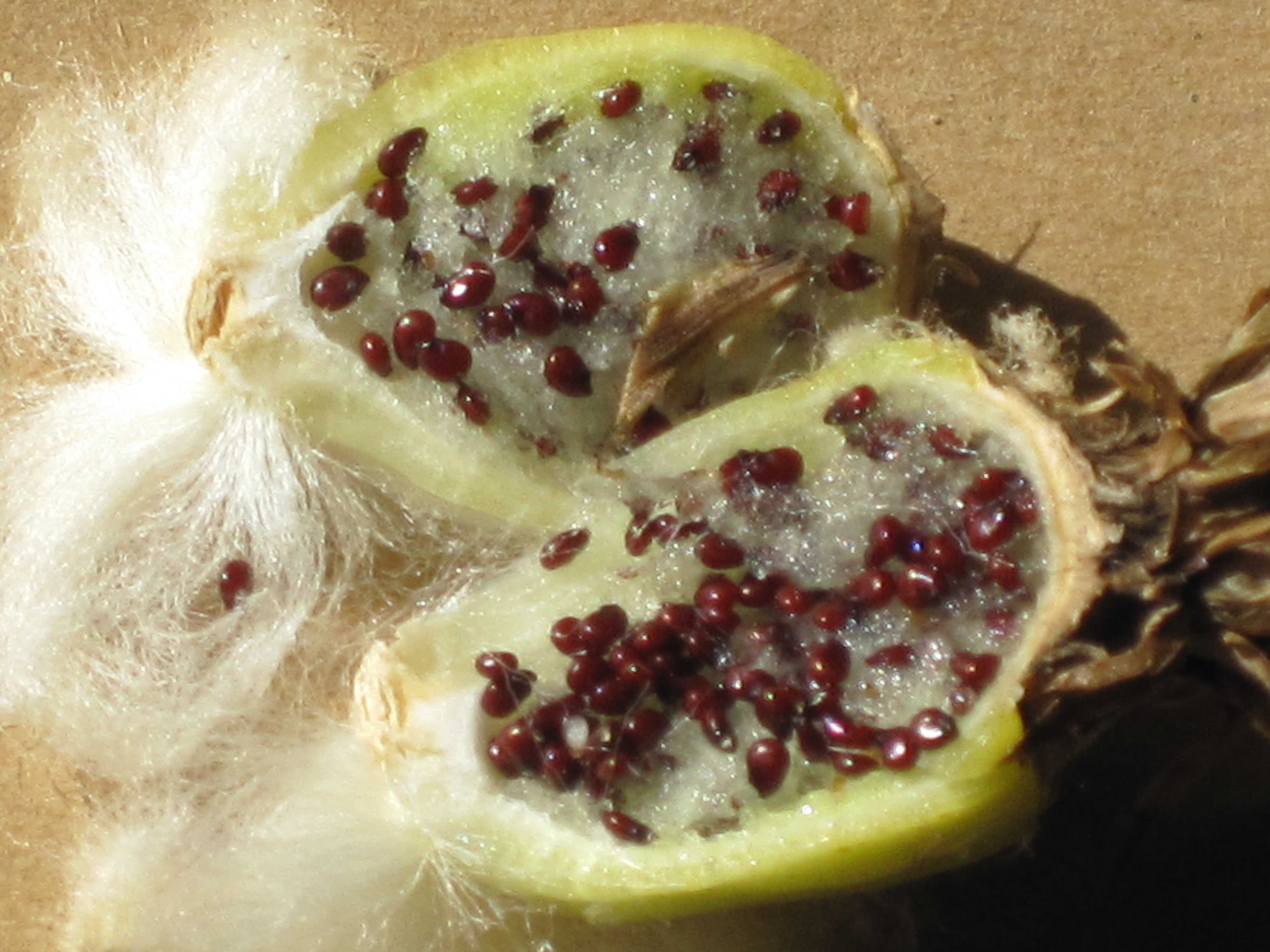
versch. Echinocactus-Arten.
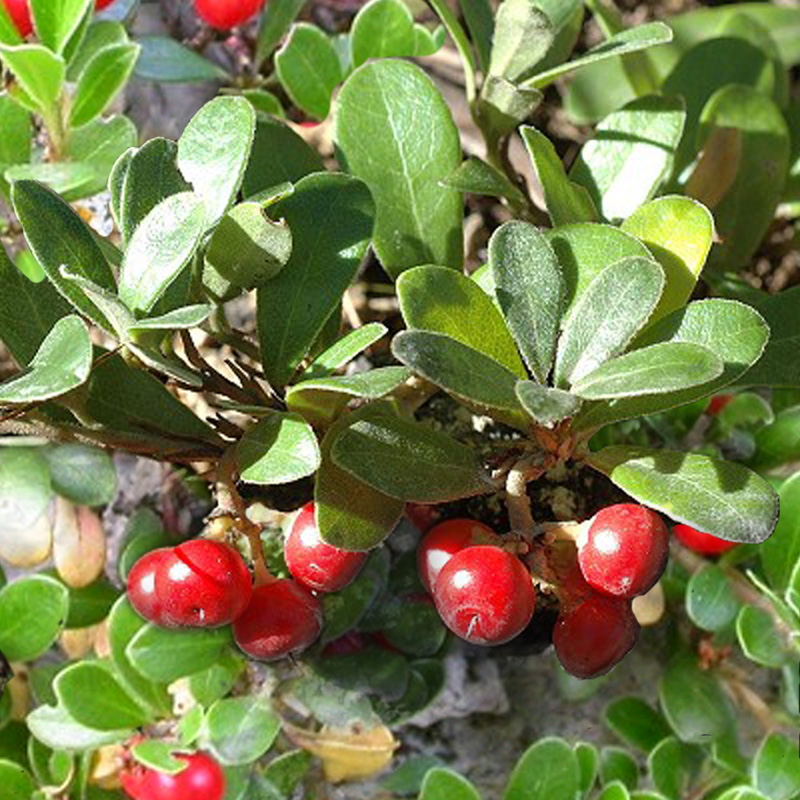
Echte Bärentraube
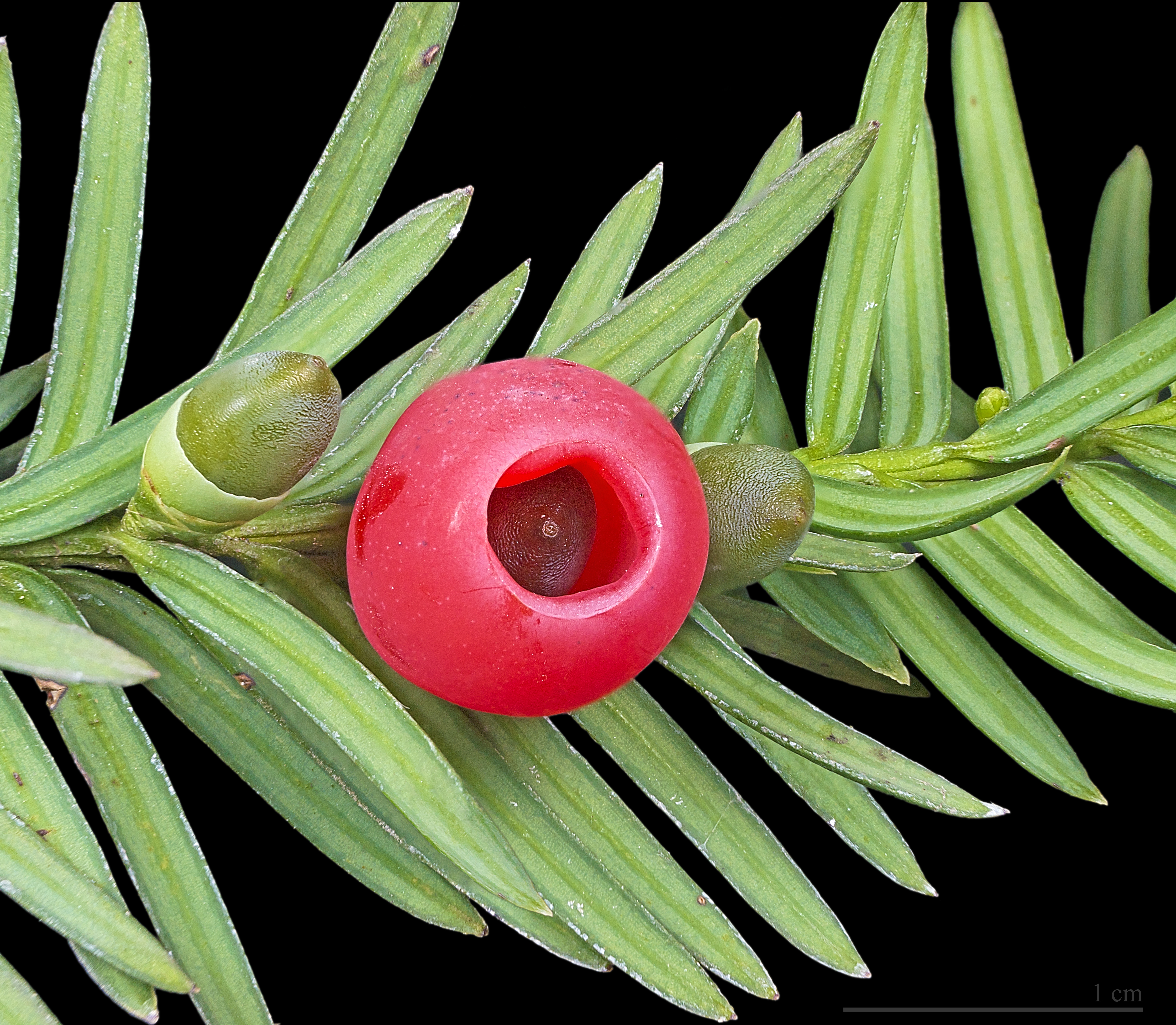
Eibe (Keine Frucht; nur der Arillus)
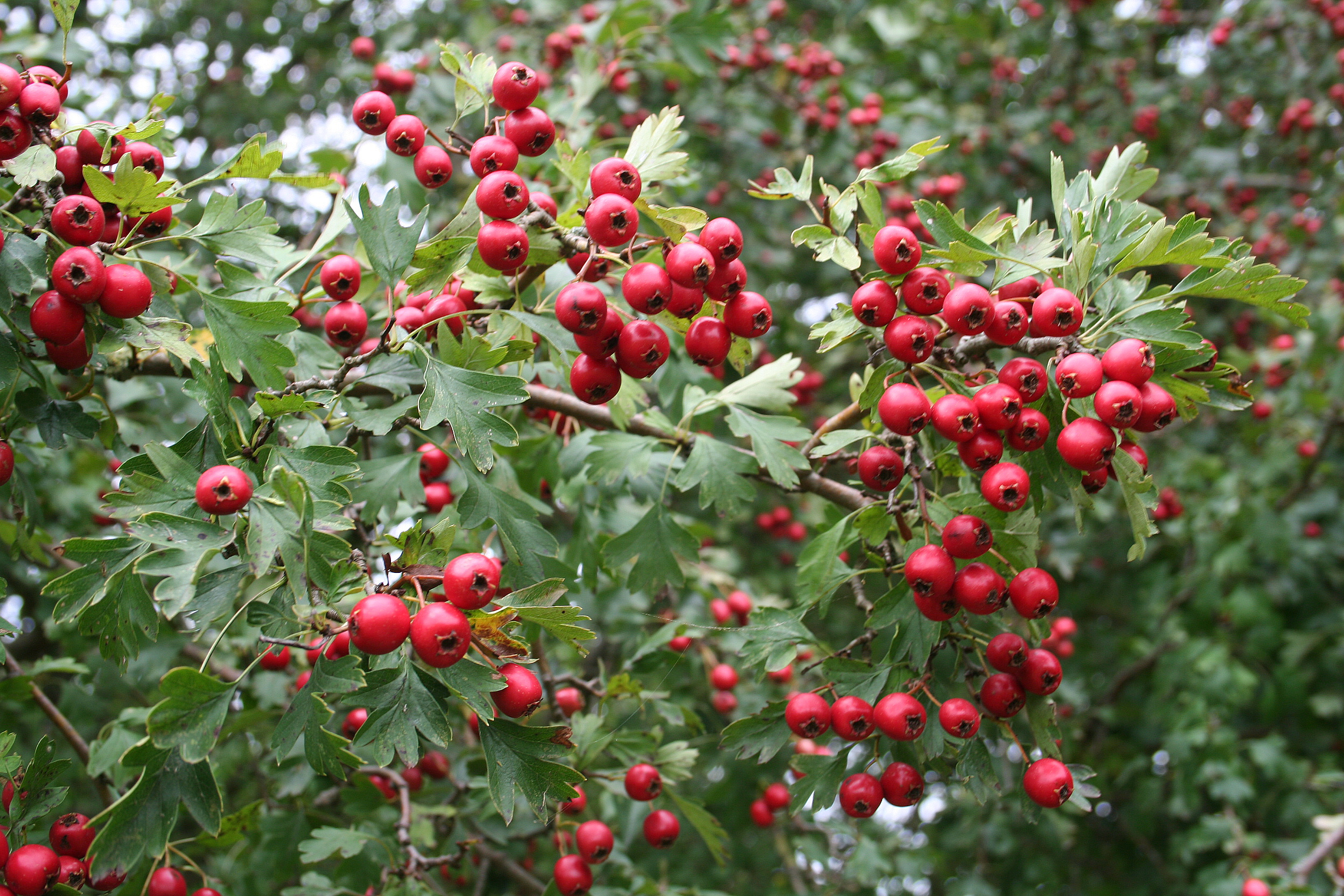
Eingriffeliger Weißdorn (ähnlich ist Crataegus pinnatifida)
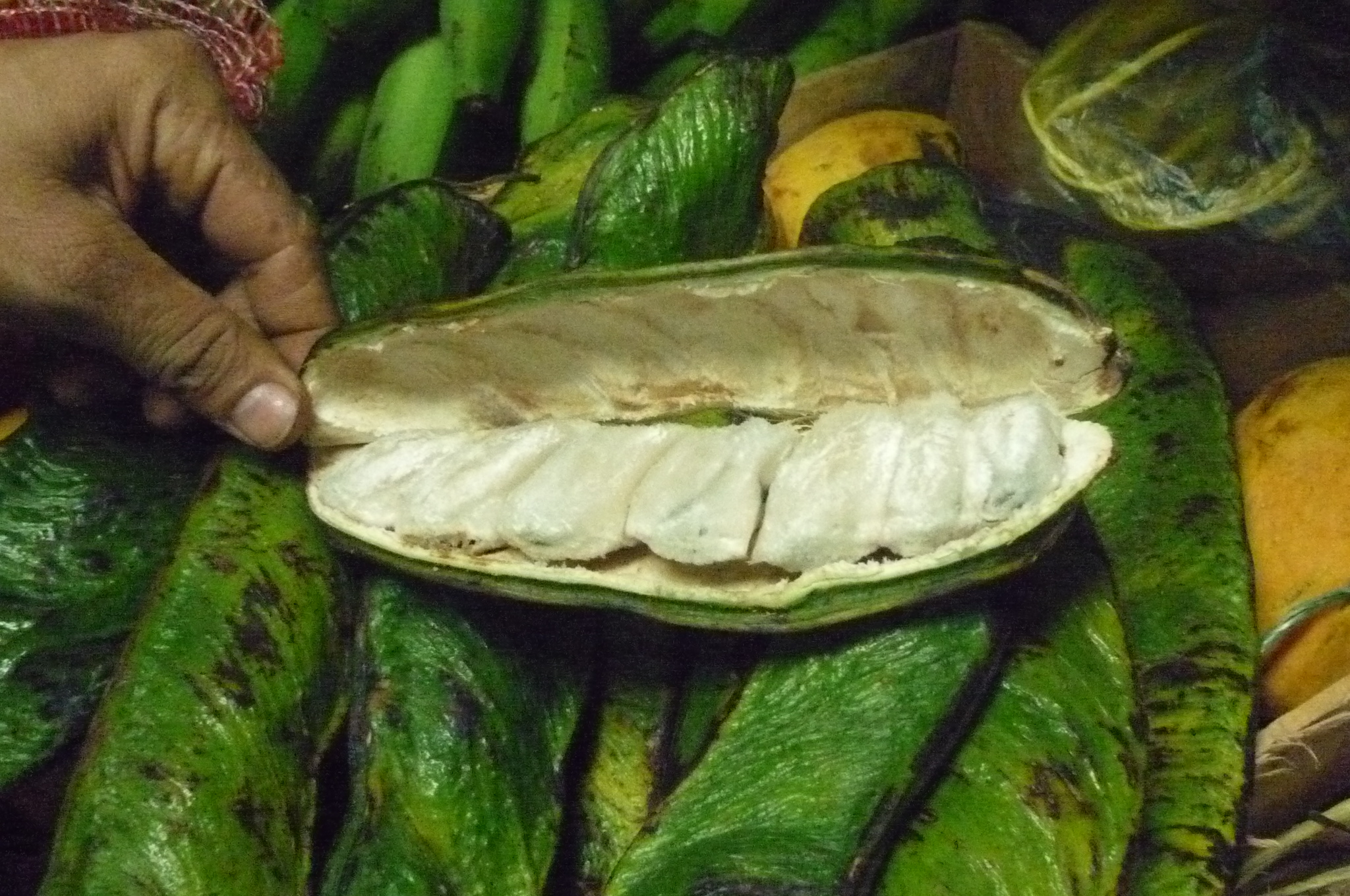
Eiscremebohne (Inga spectabilis, Inga edulis, Inga feuilleei u. a.)
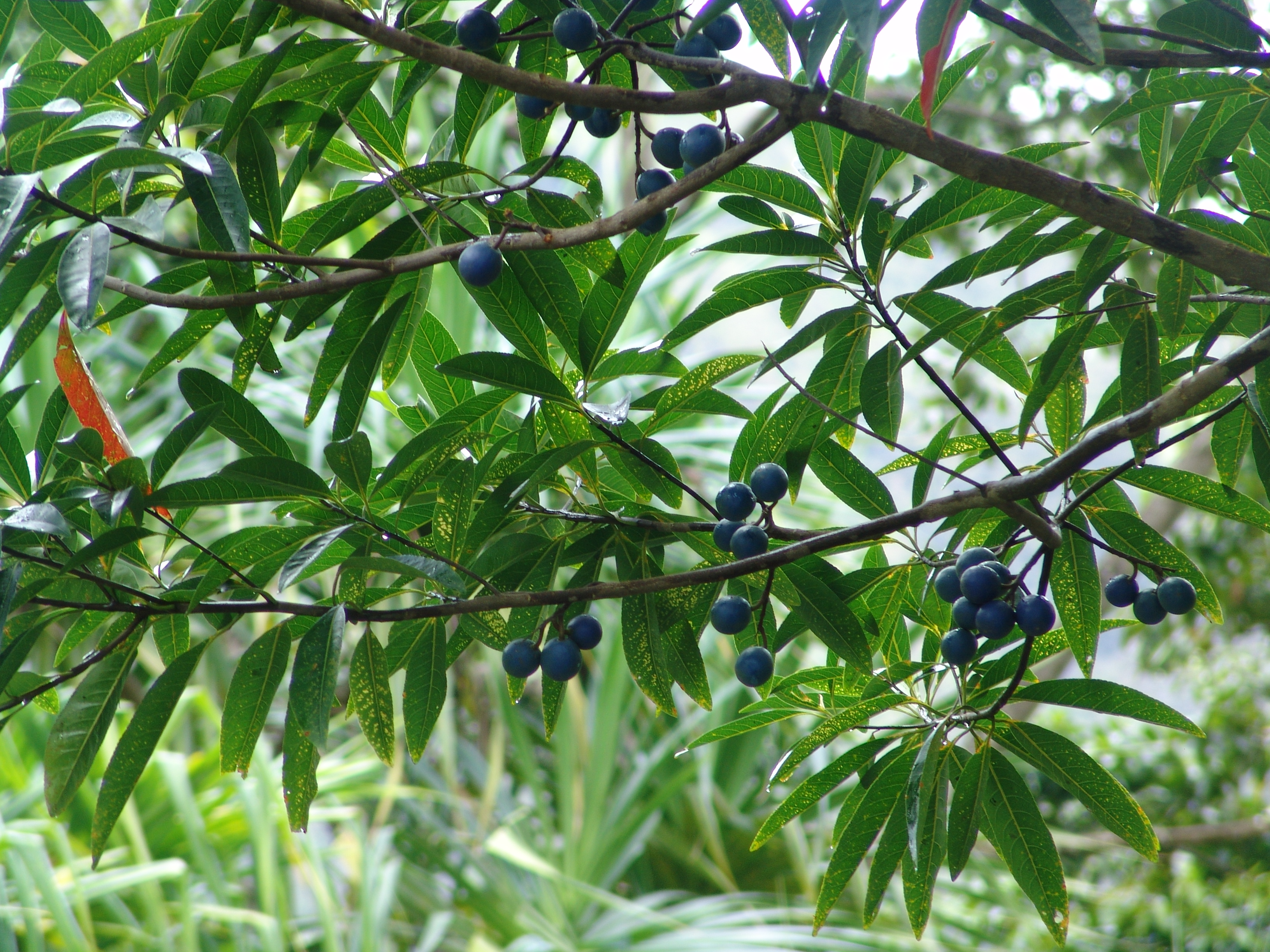
Elaeocarpus angustifolius
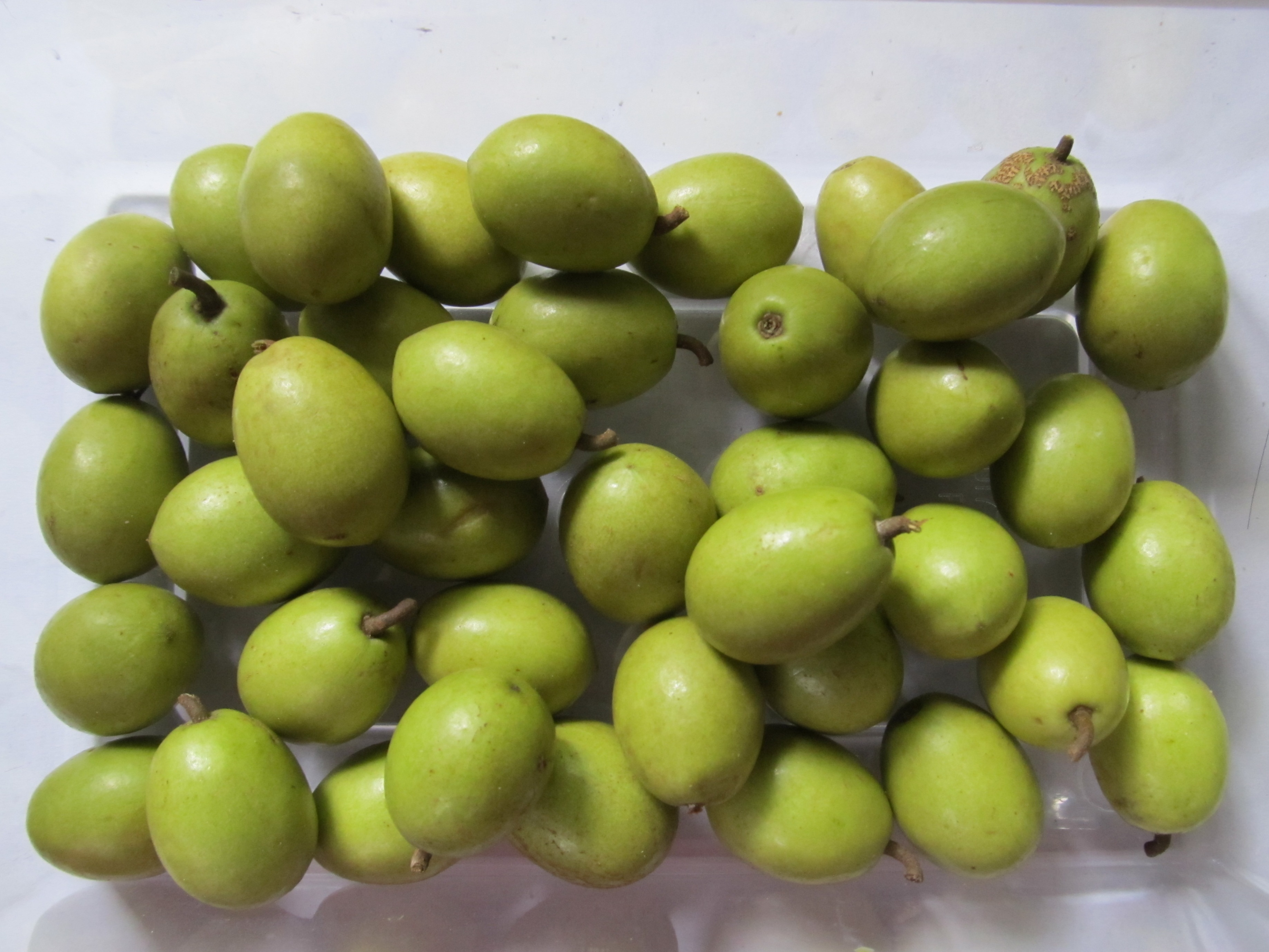
Elaeocarpus serratus
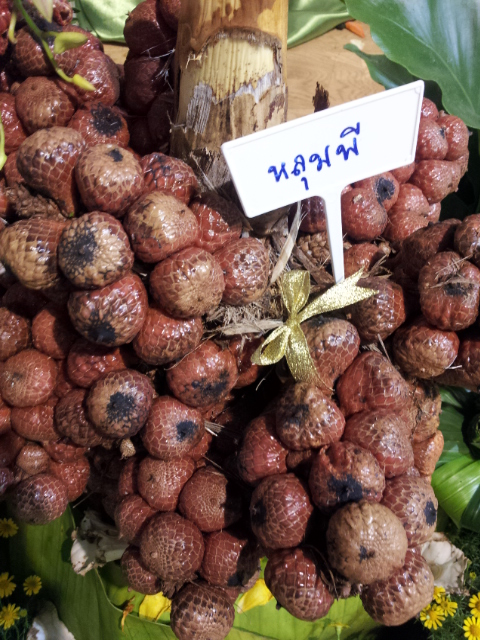
Eleiodoxa conferta
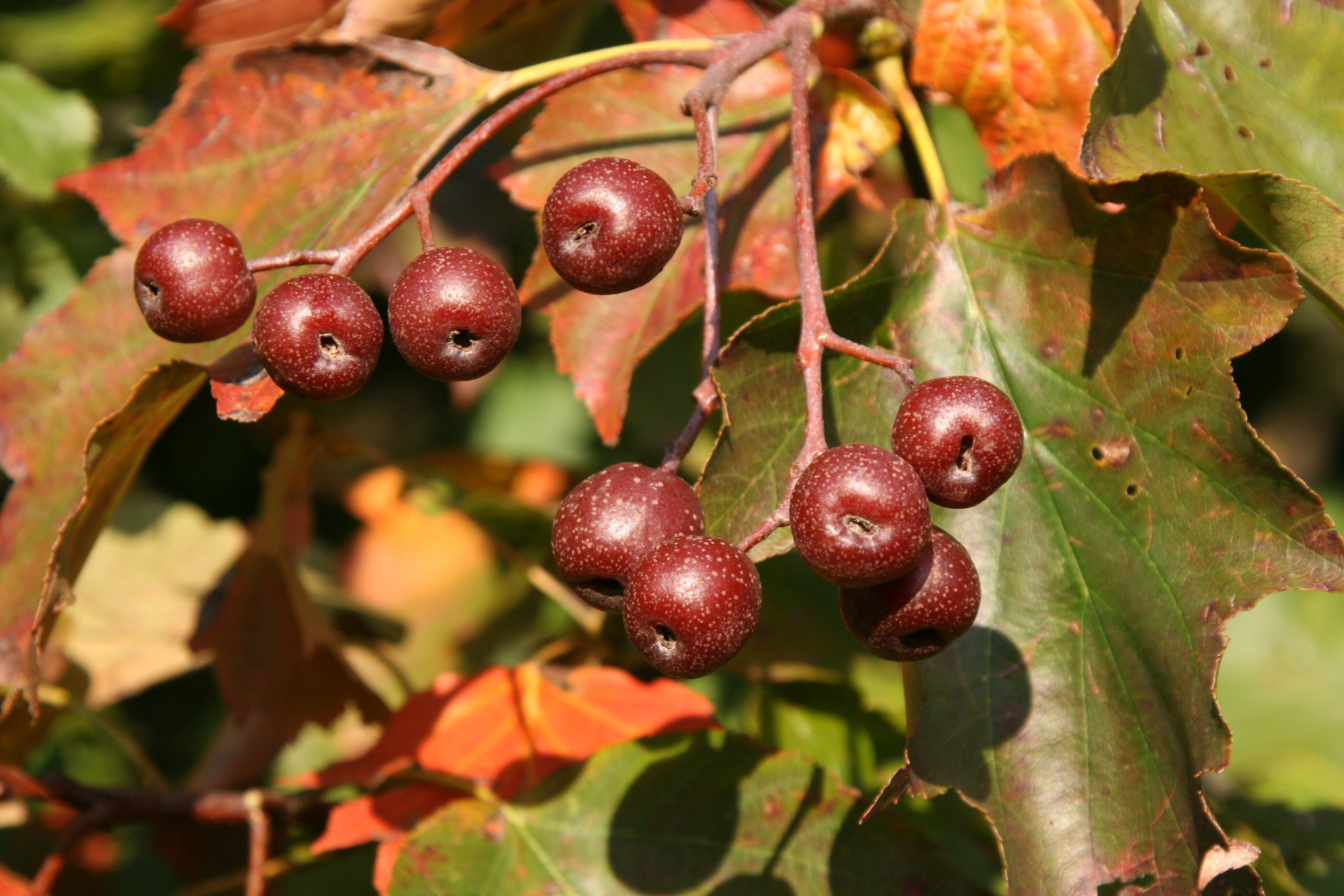
Elsbeere
Emuapfel
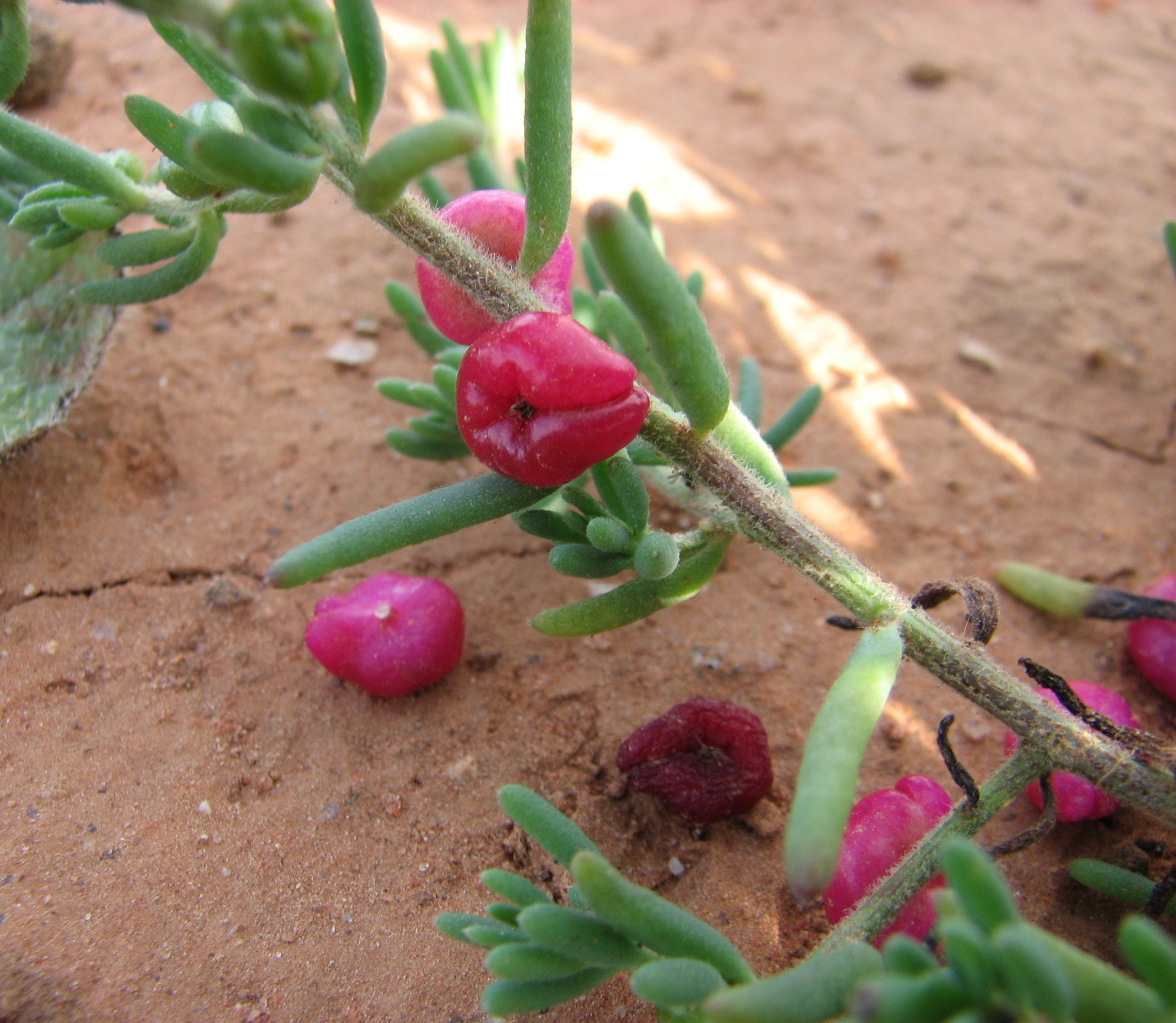
Enchylaena tomentosa
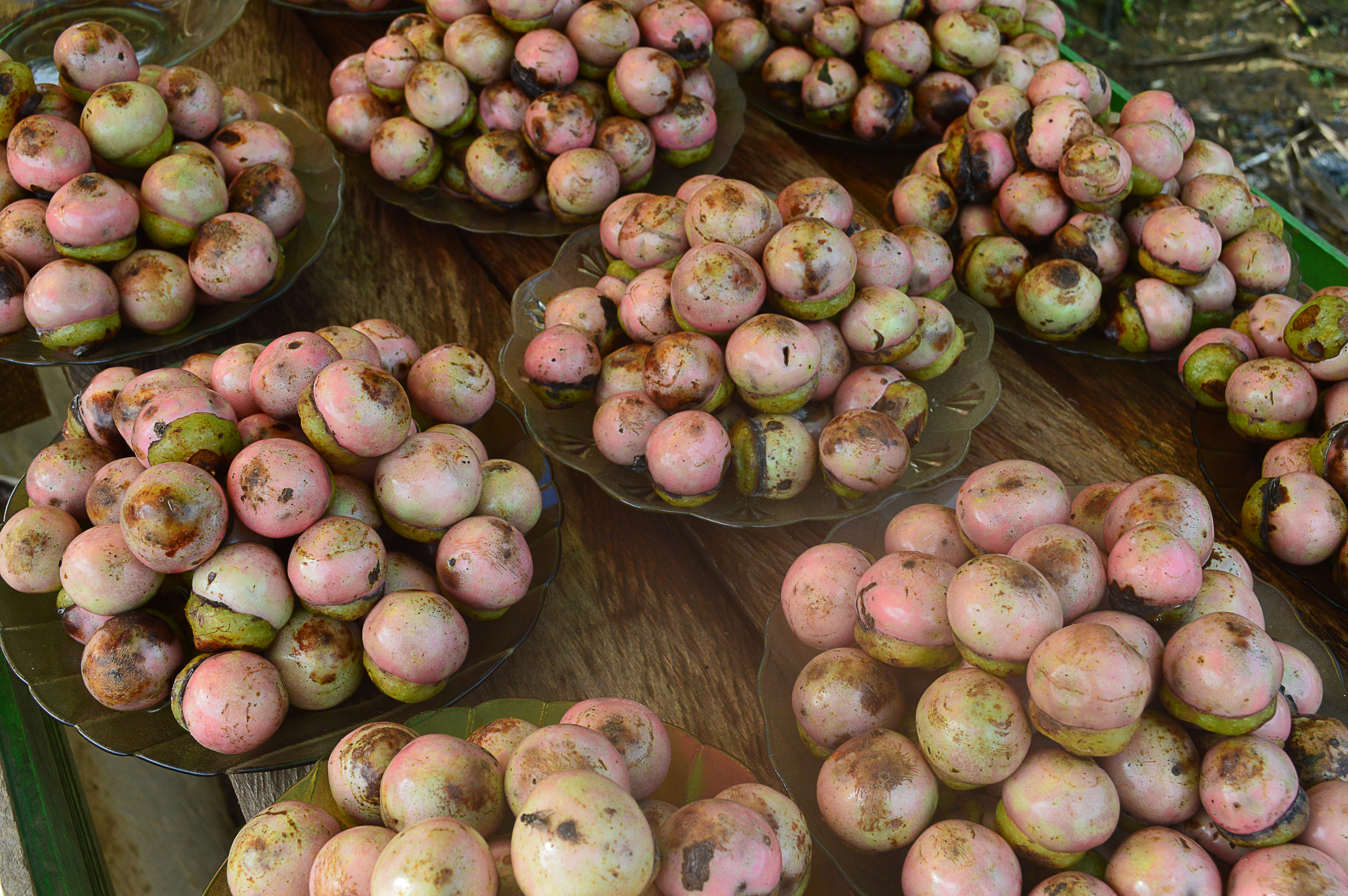
Engkala
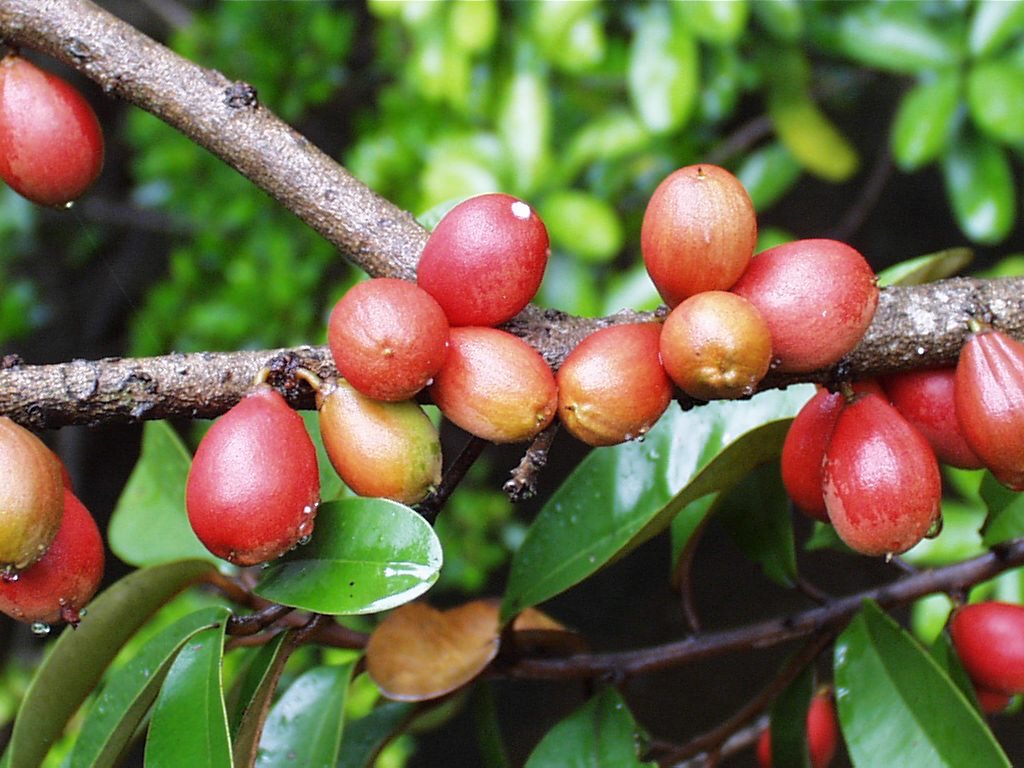
Englerophytum magalismontanum
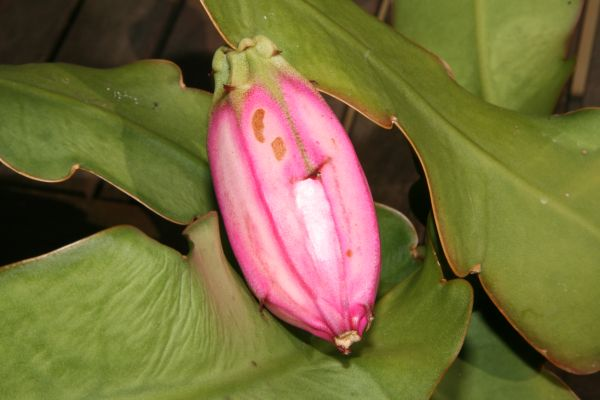
Epiphyllum phyllanthus (wie Drachenfrüchte)
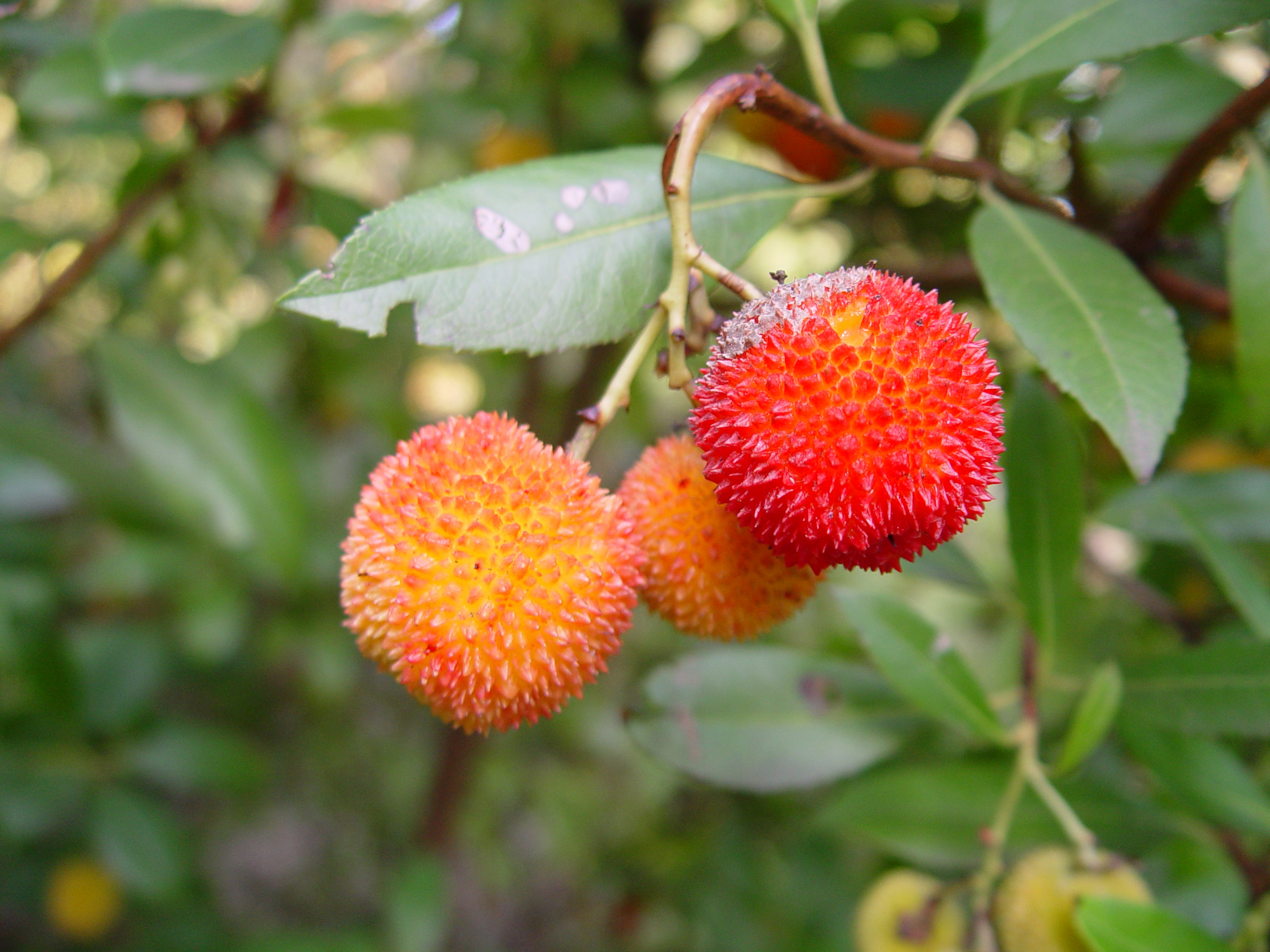
Früchte von versch. Erdbeerbäumen
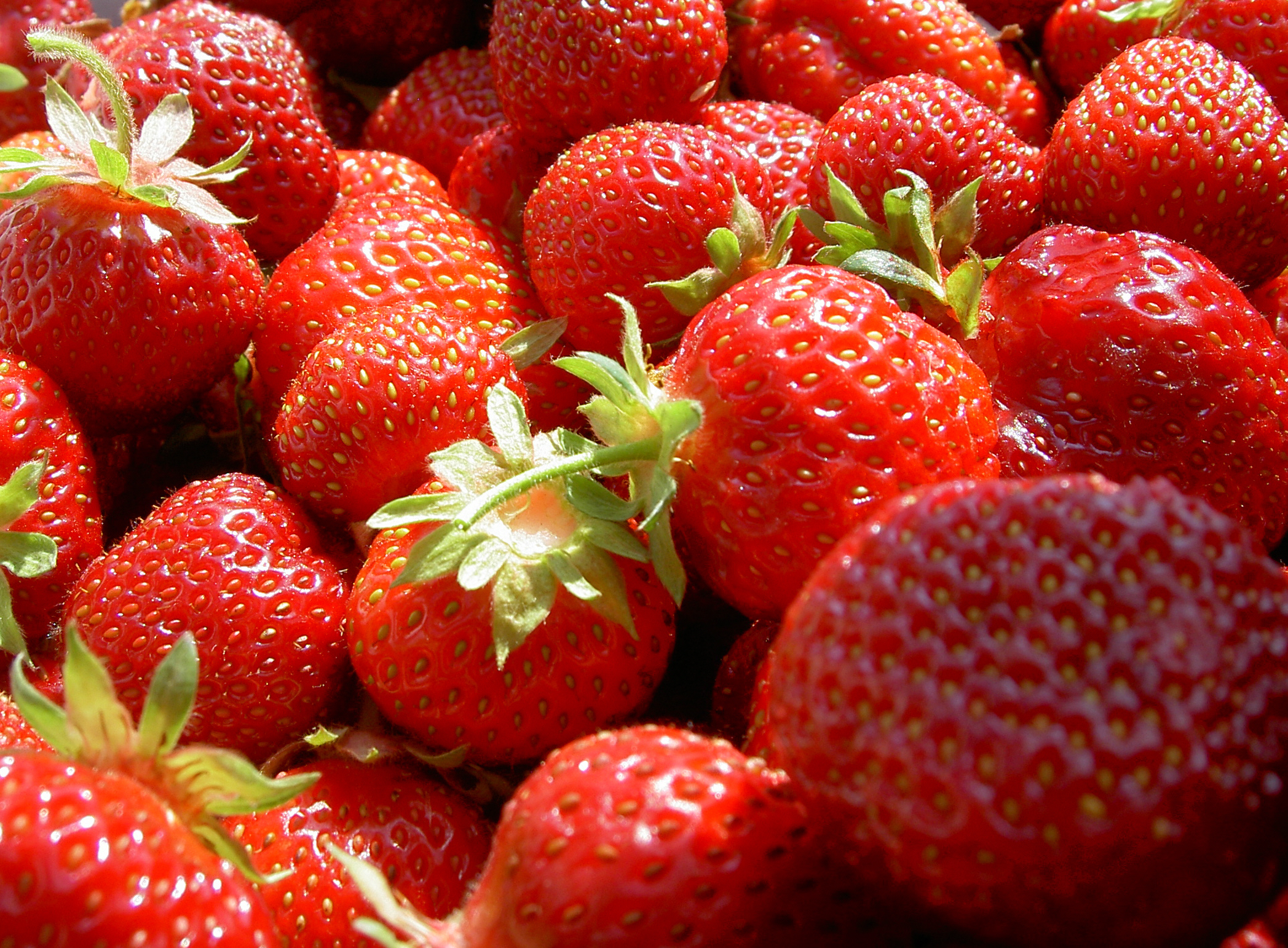
Erdbeere
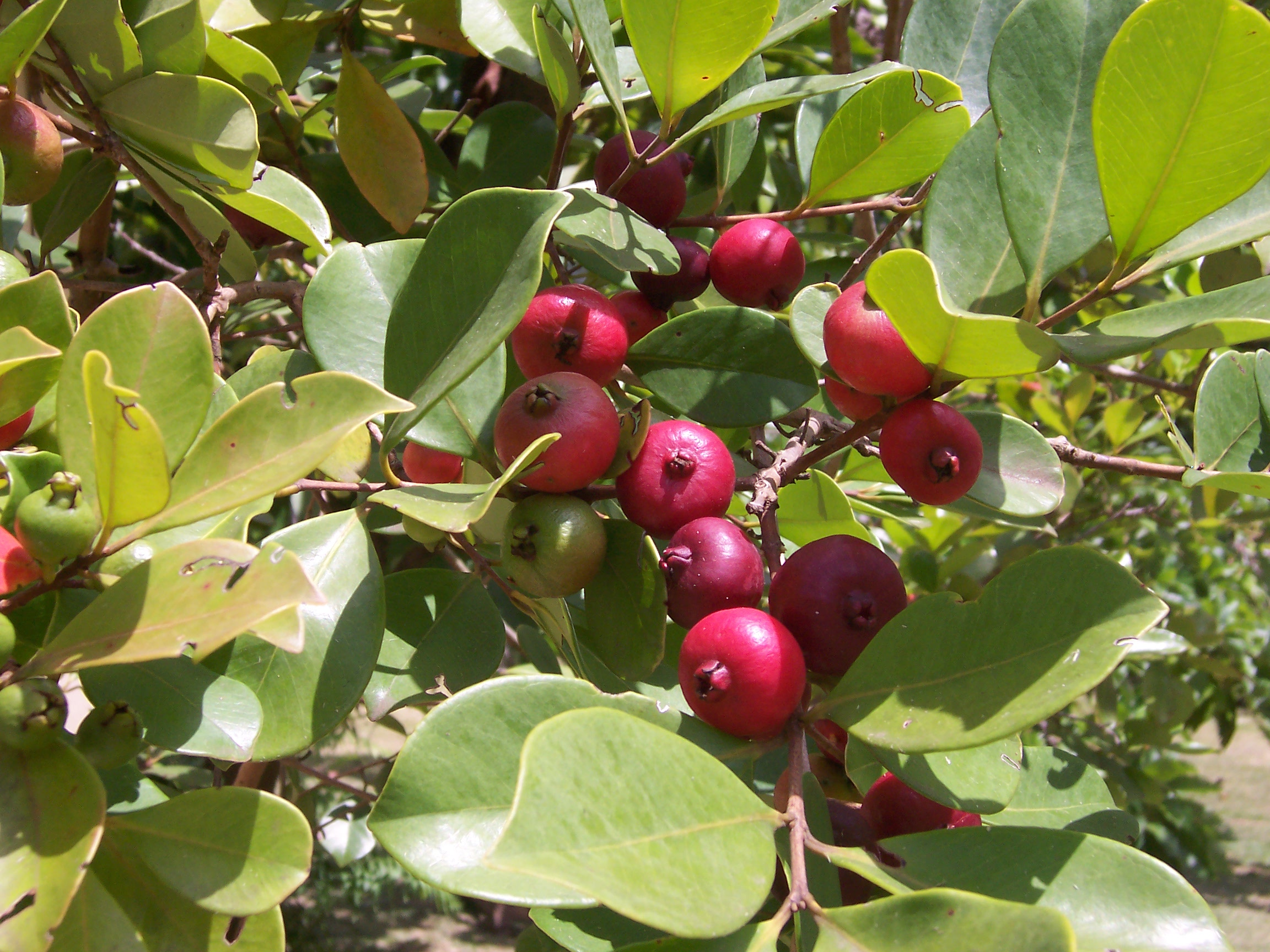
Erdbeer-Guave
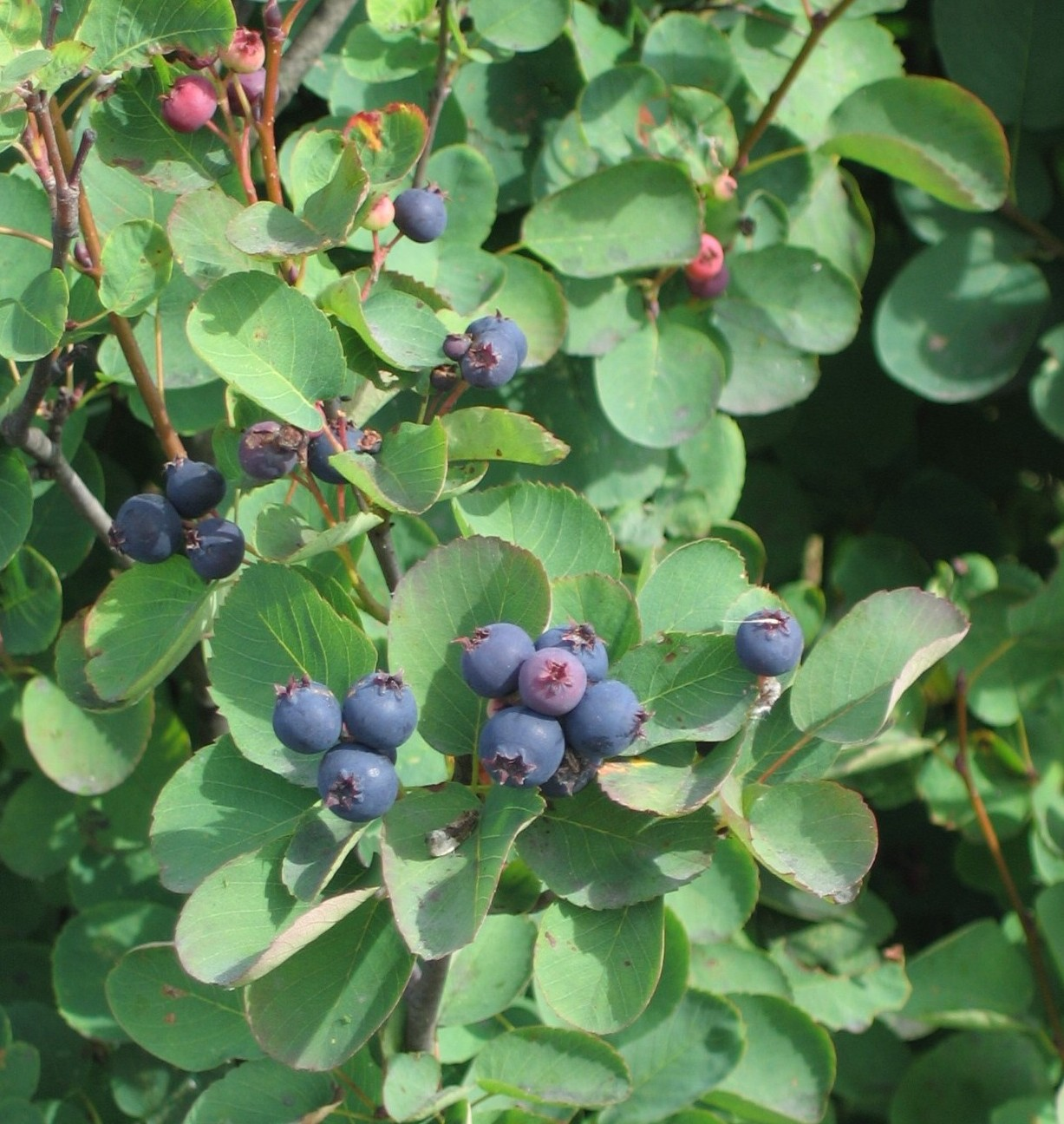
Erlenblättrige Felsenbirne
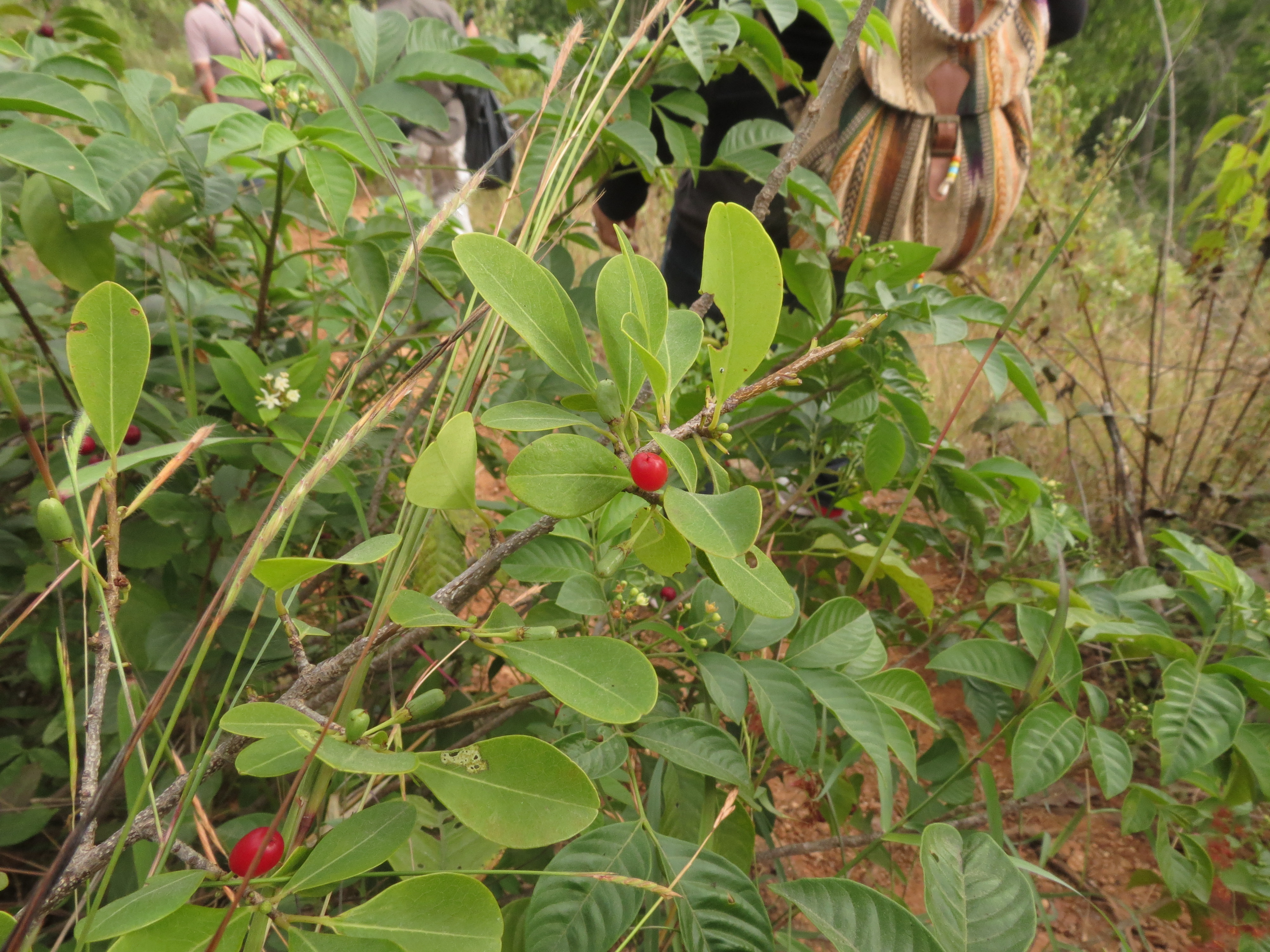
Erythroxylum monogynum
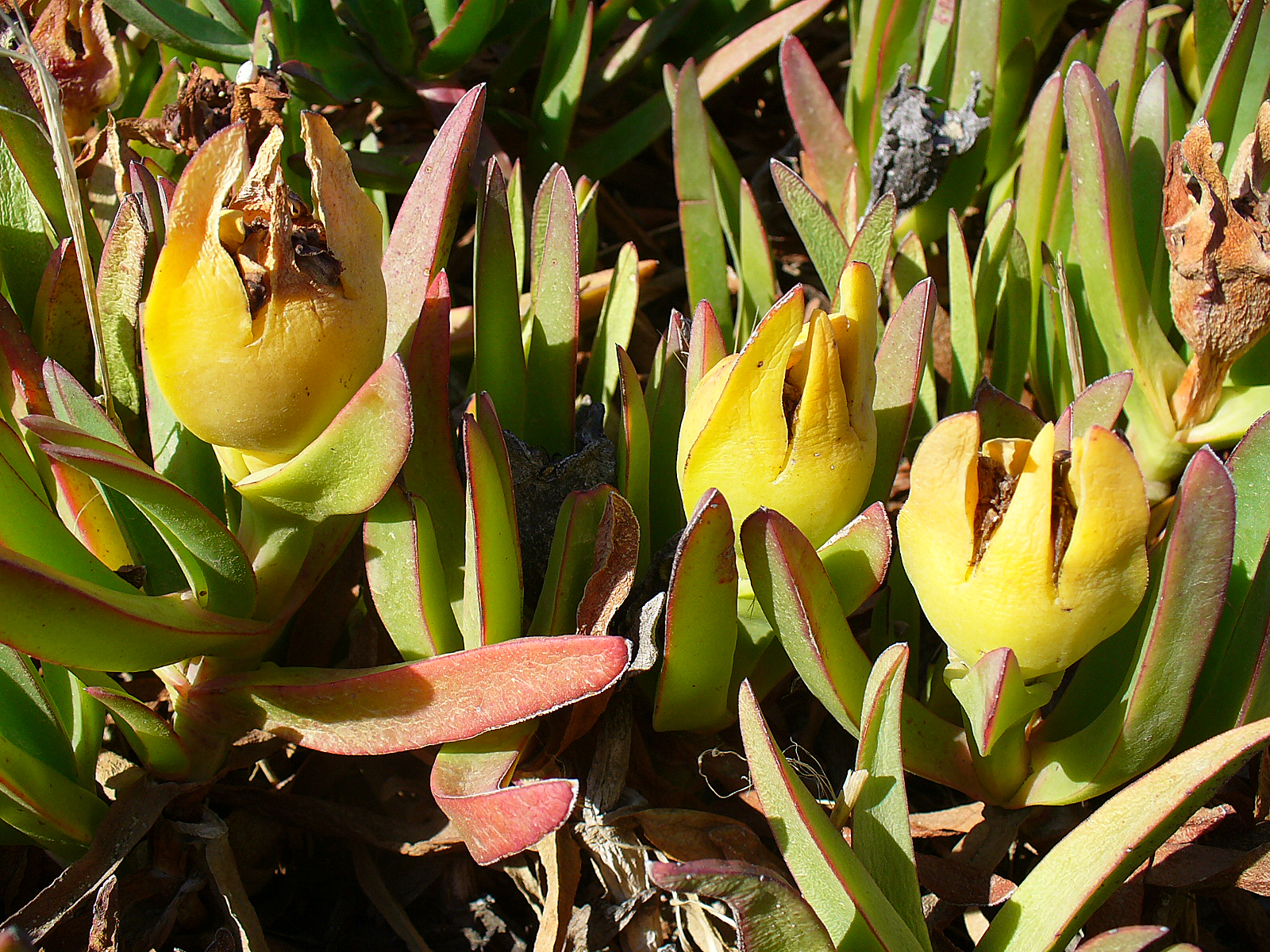
Essbare Mittagsblume (Pferdefeige, Hottentottenfeige)
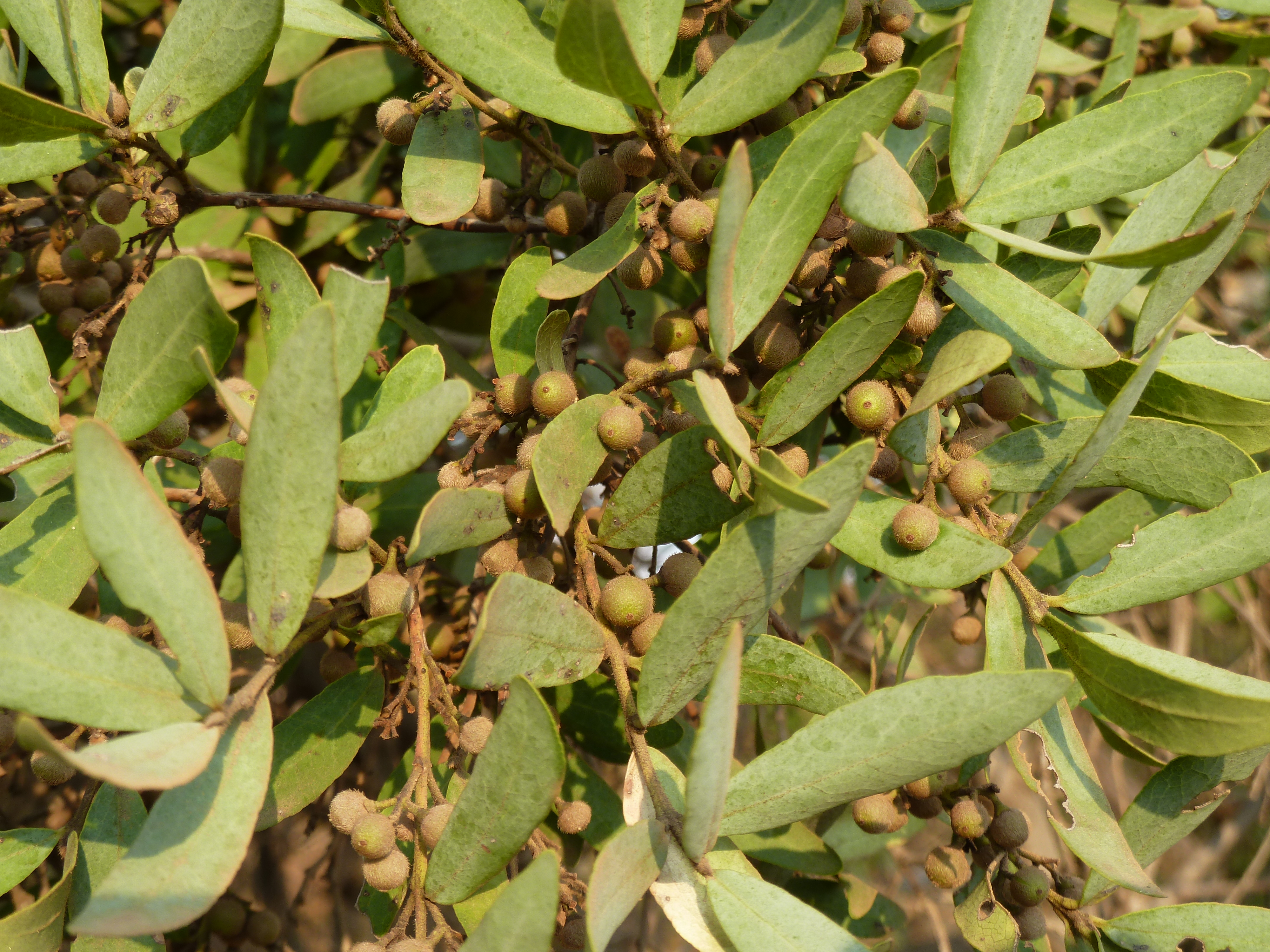
Euclea crispa
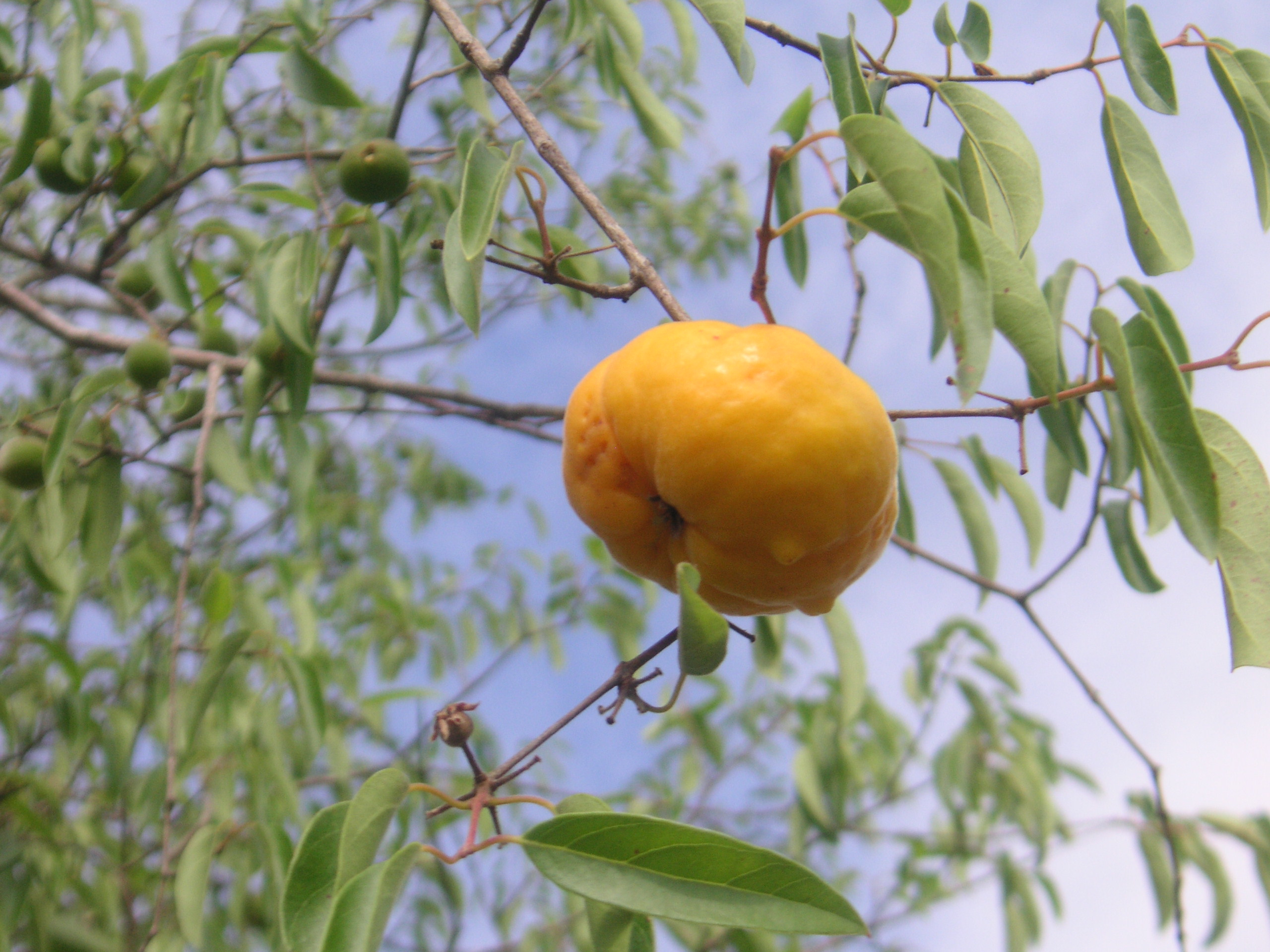
Eugenia myrcianthes (Syn: Hexachlamys edulis)
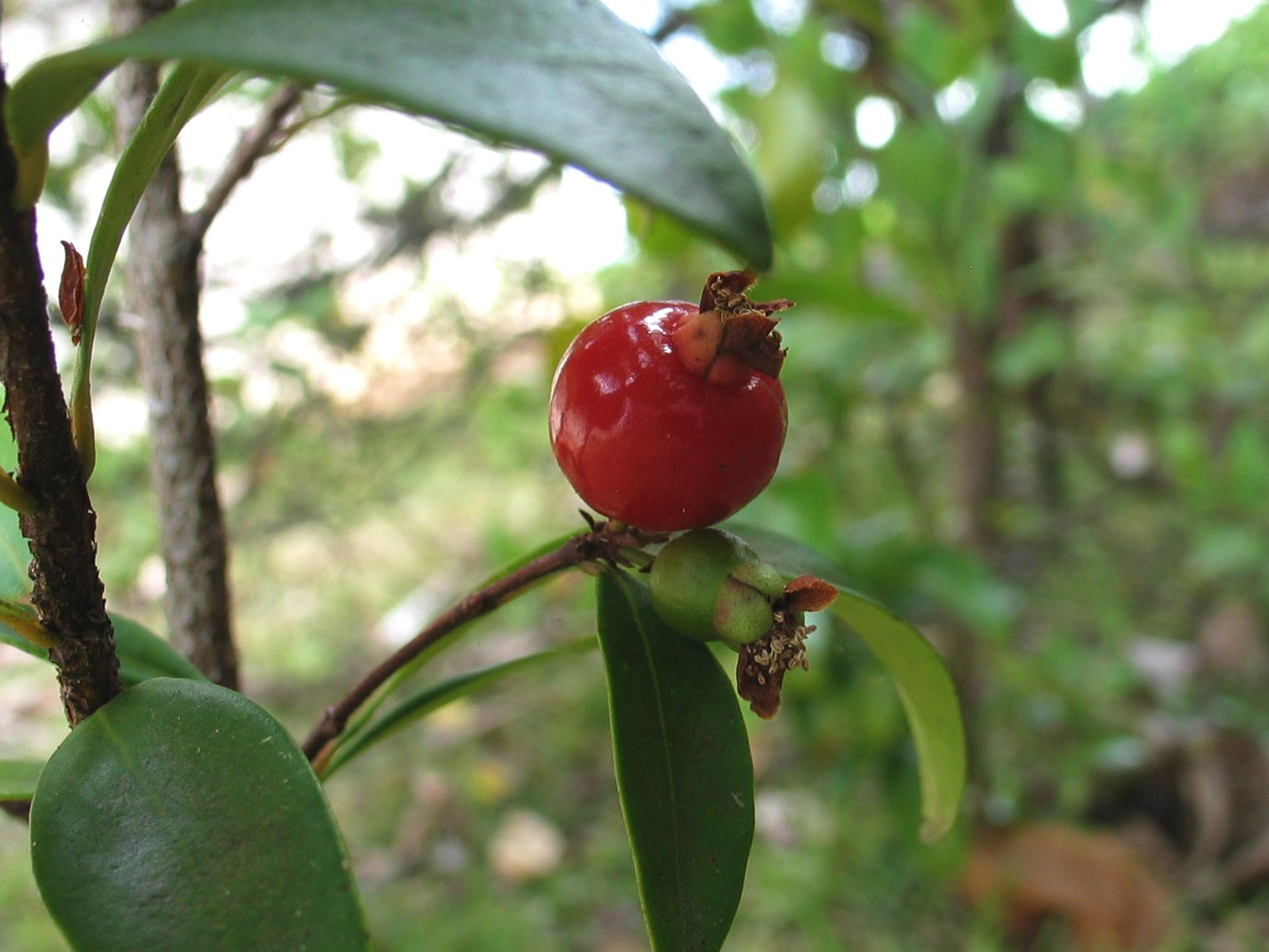
Eugenia reinwardtiana
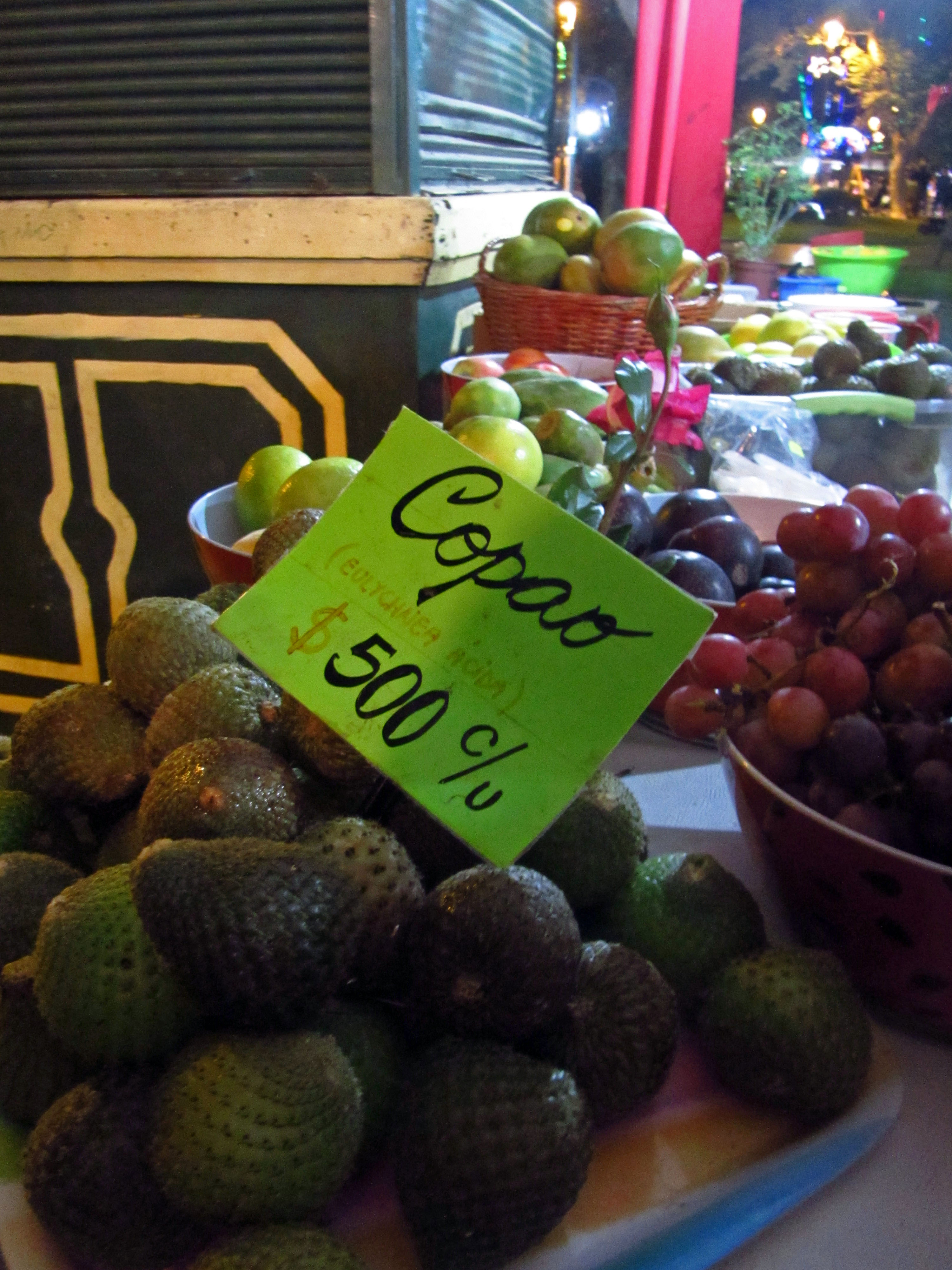
Eulychnia acida
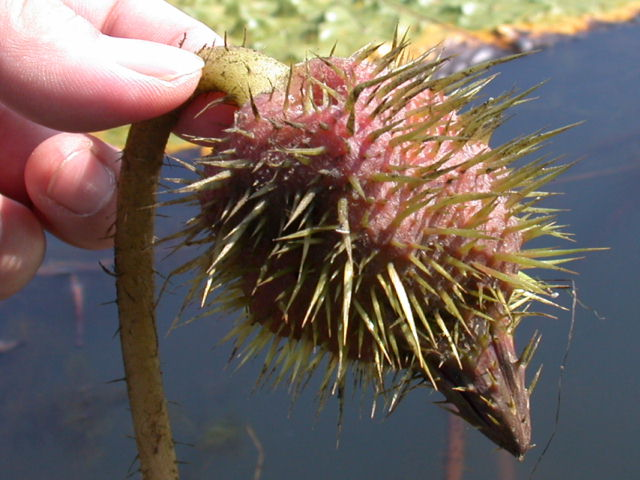
Euryale ferox
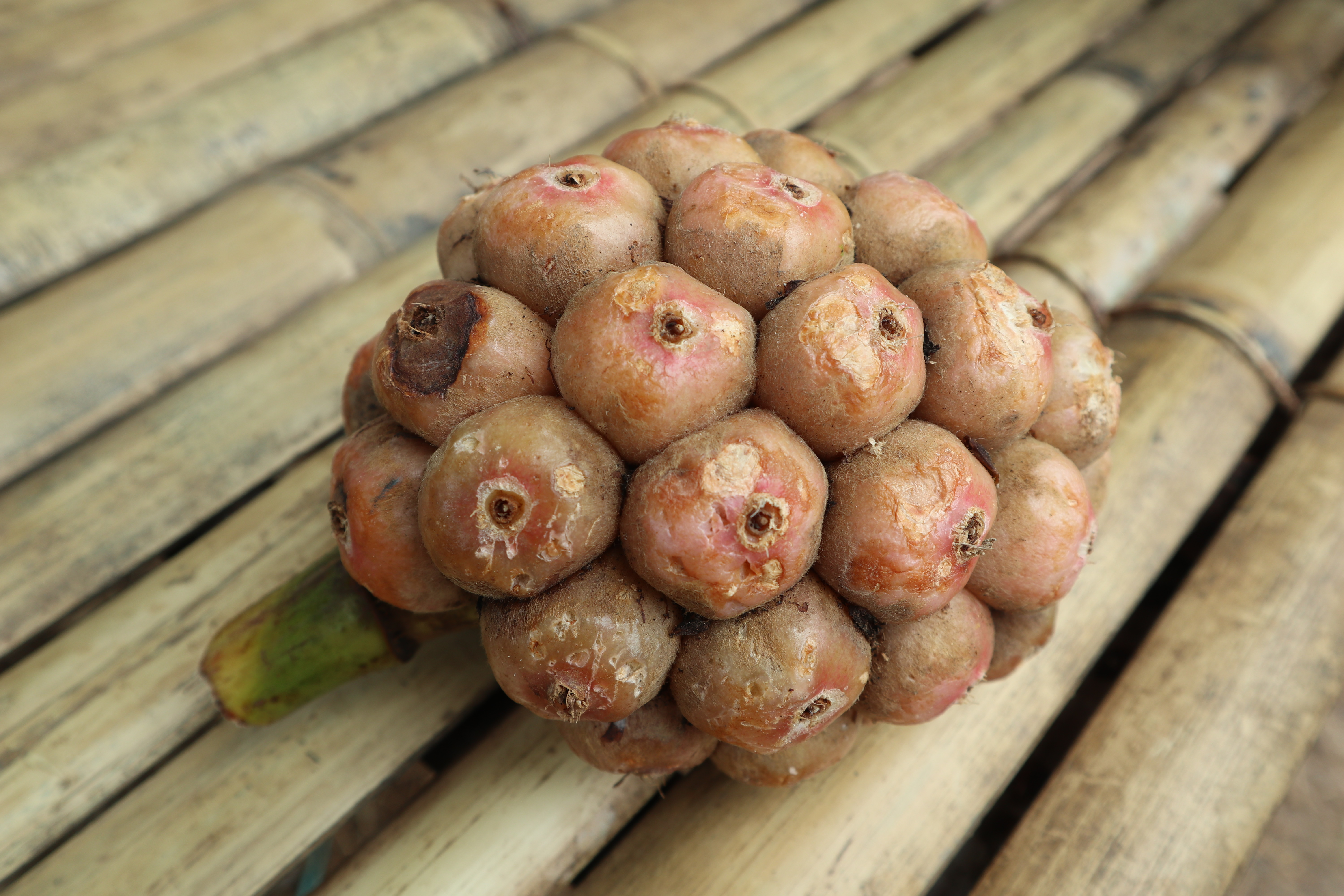
Fackel-Ingwer
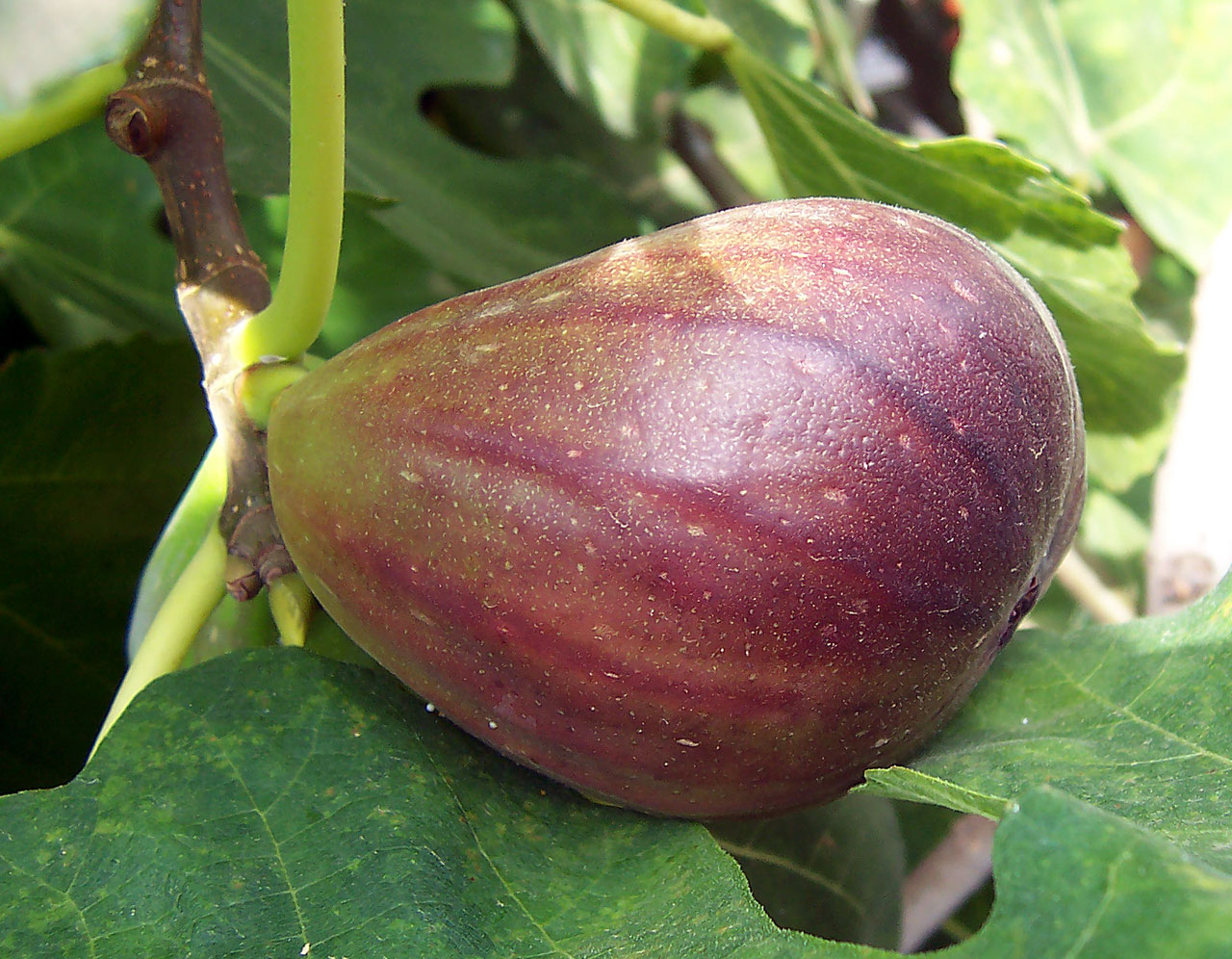
Echte Feige
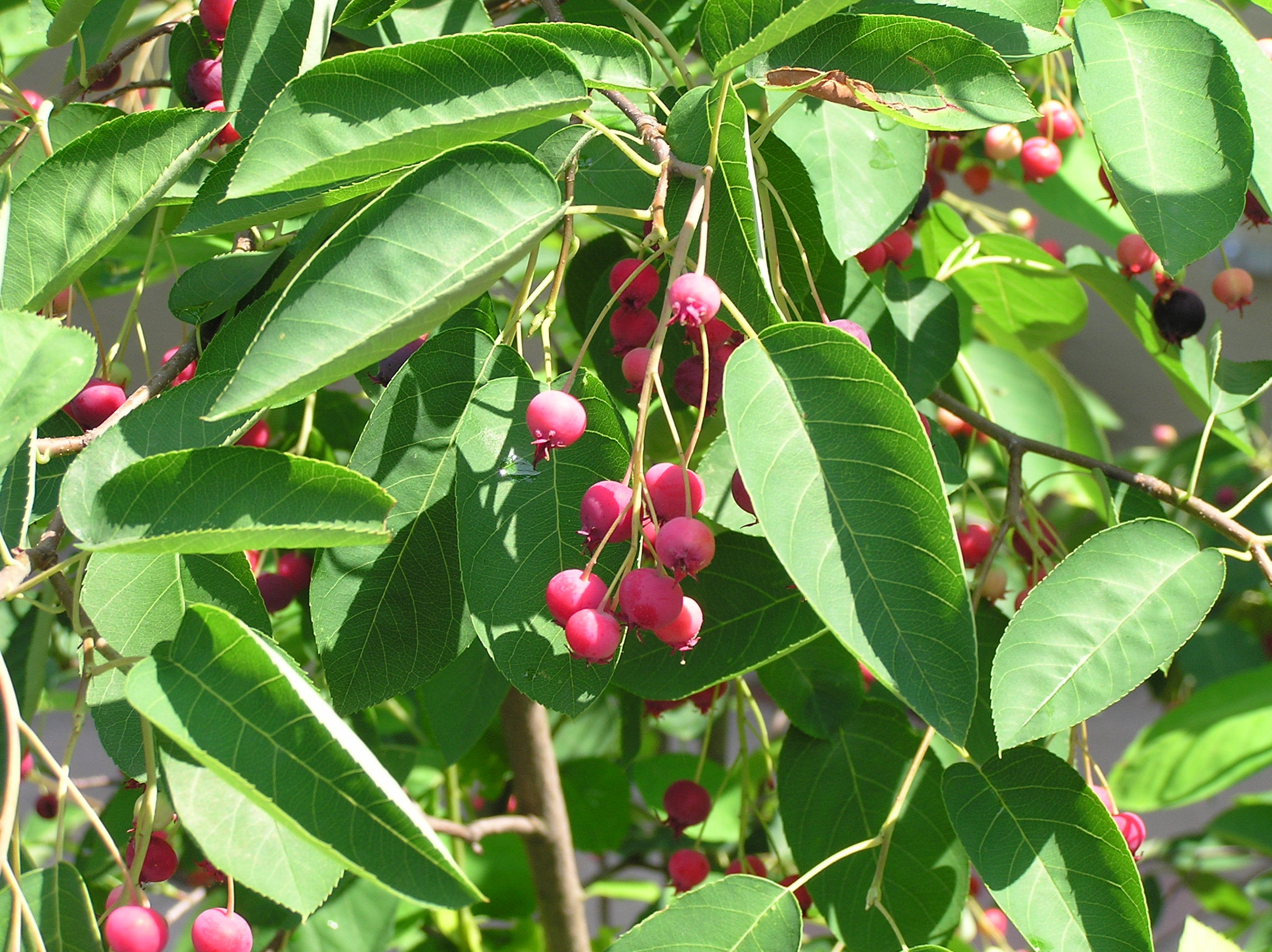
Felsenbirne
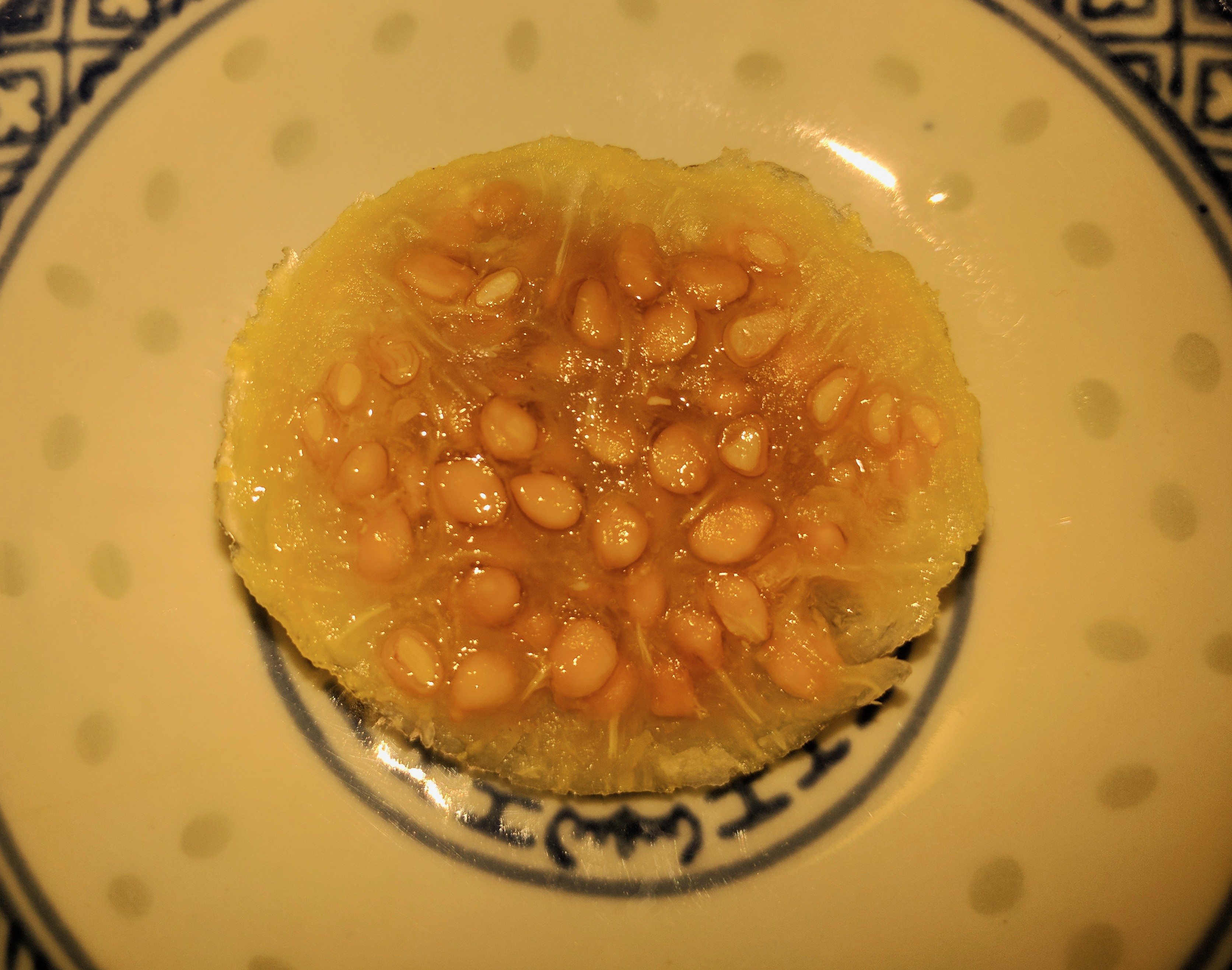
Feroniella lucida (die grünen Früchte nur gekocht)
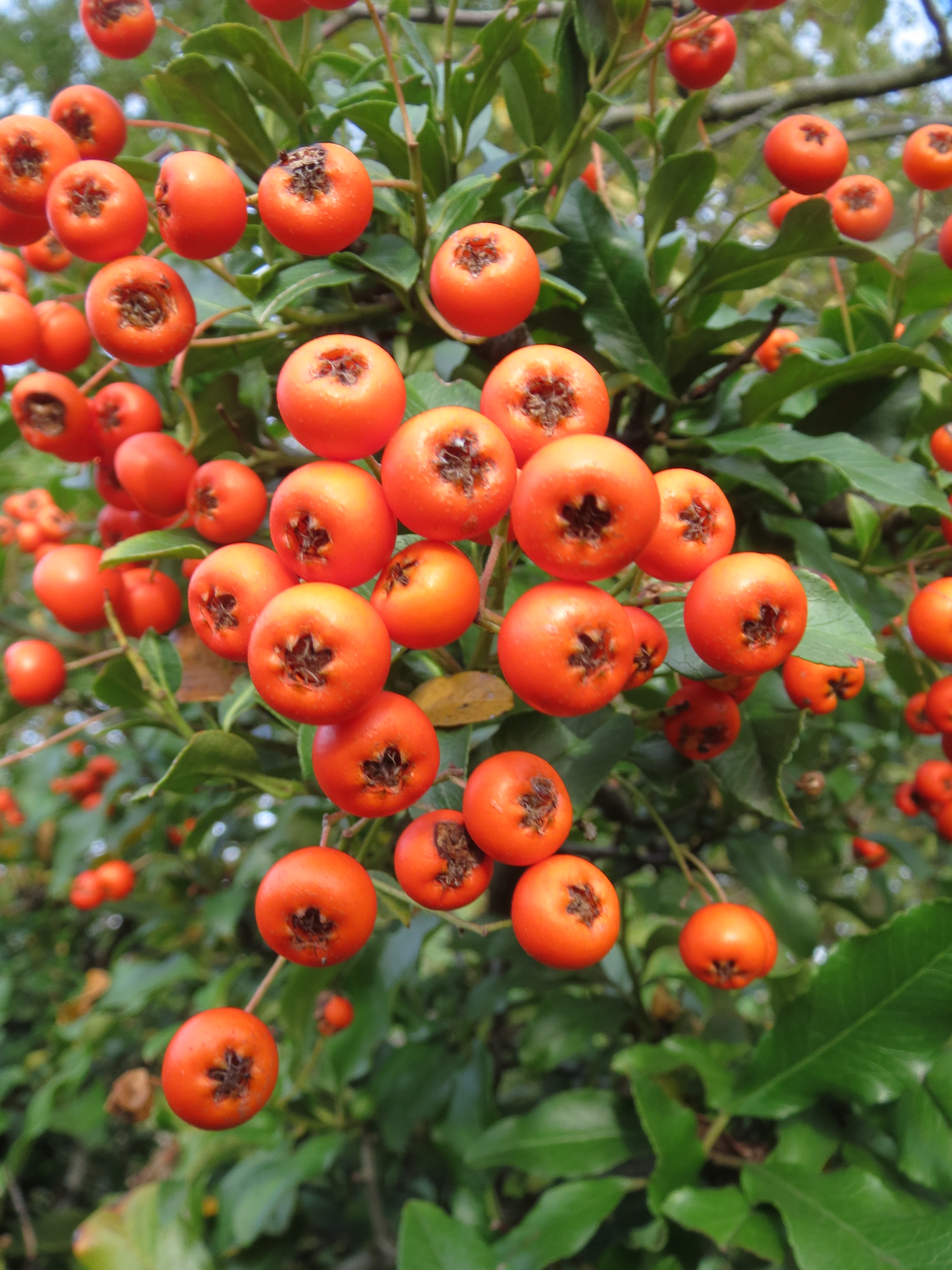
Feuerdorn
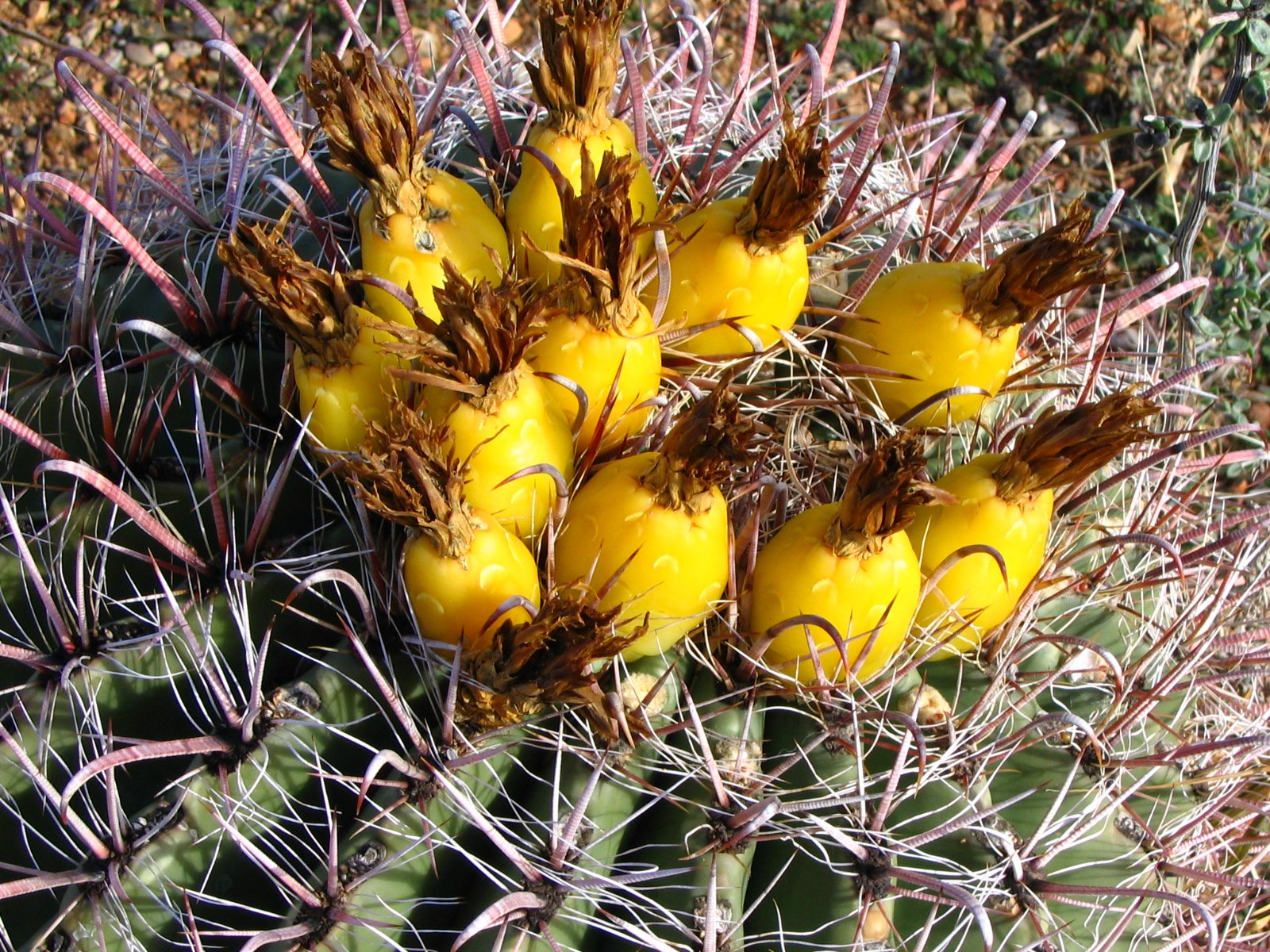
versch. Ferocatus-Arten
Freycinetia banksii (Ureure)
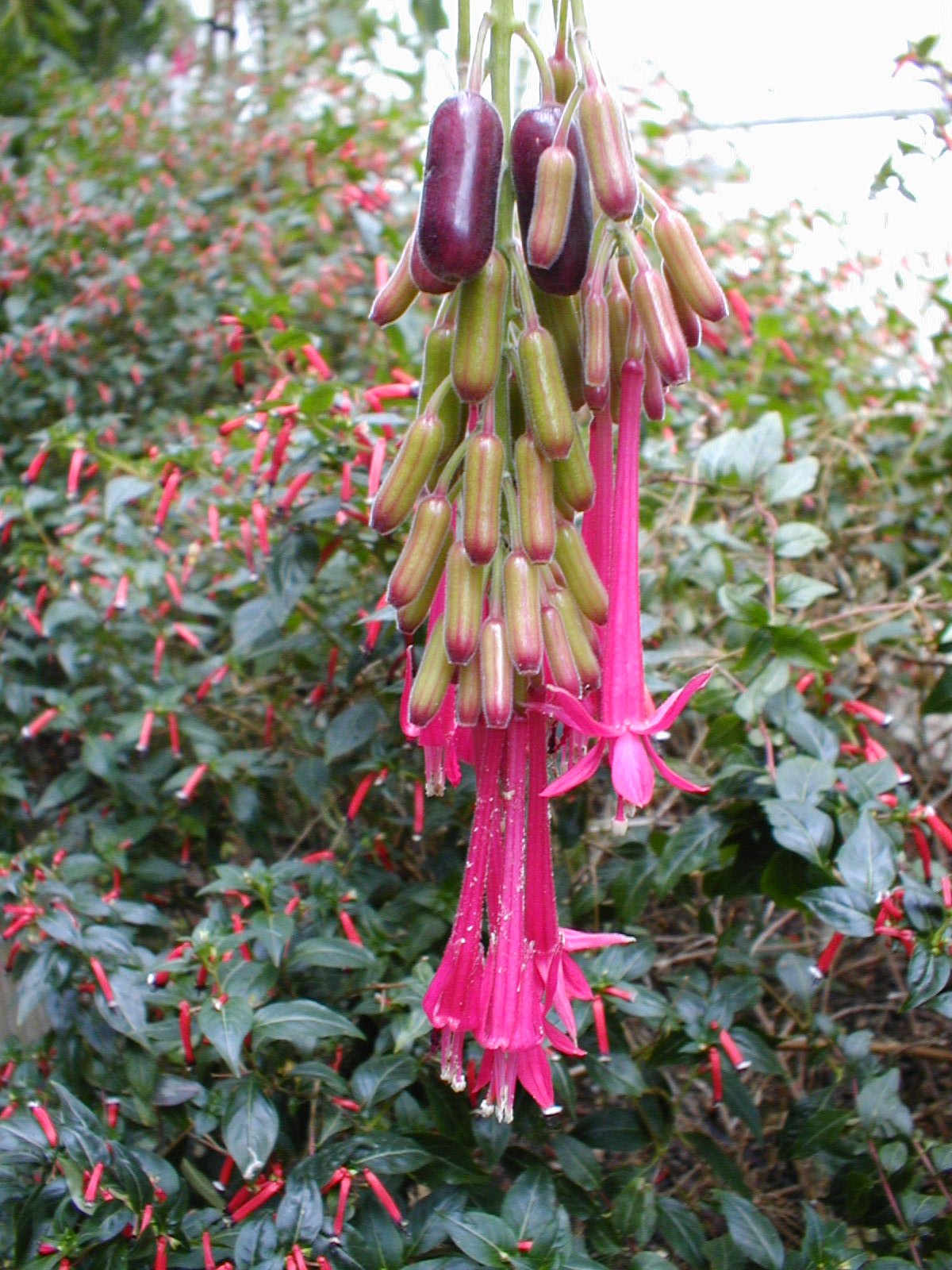
Fuchsia boliviana (auch Fuchsia coccinea, Fuchsia splendens, Fuchsia regia, Fuchsia fulgens u. a.)
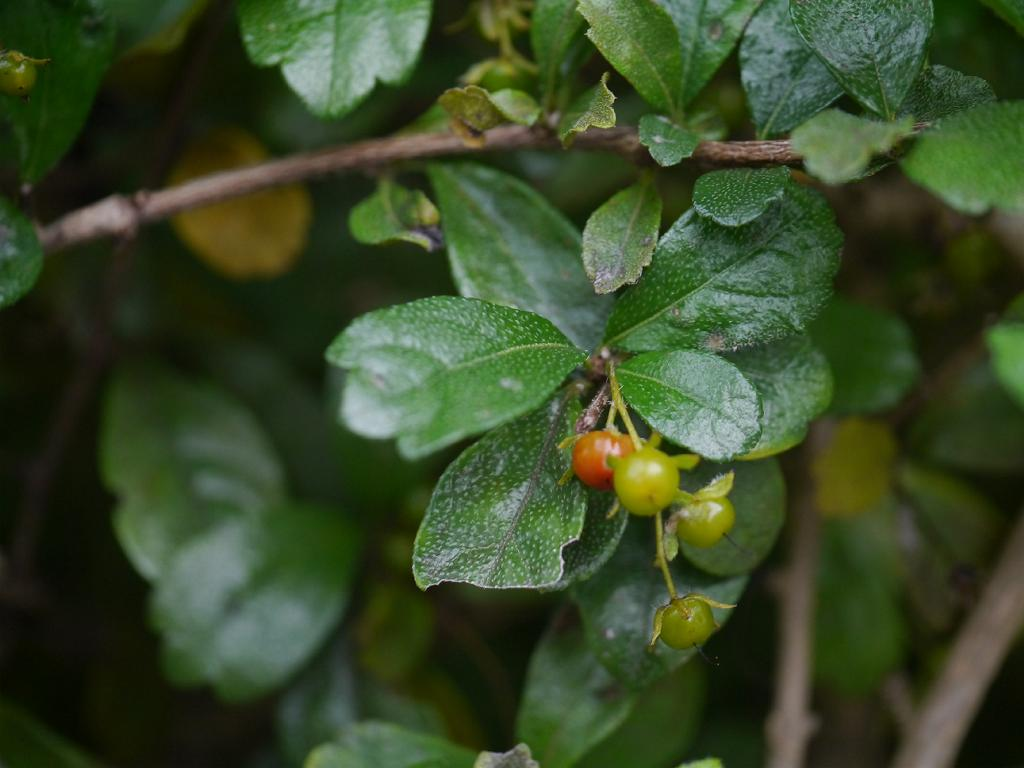
Fukientee (Carmona retusa, Syn.: Carmona microphylla, Ehretia microphylla)
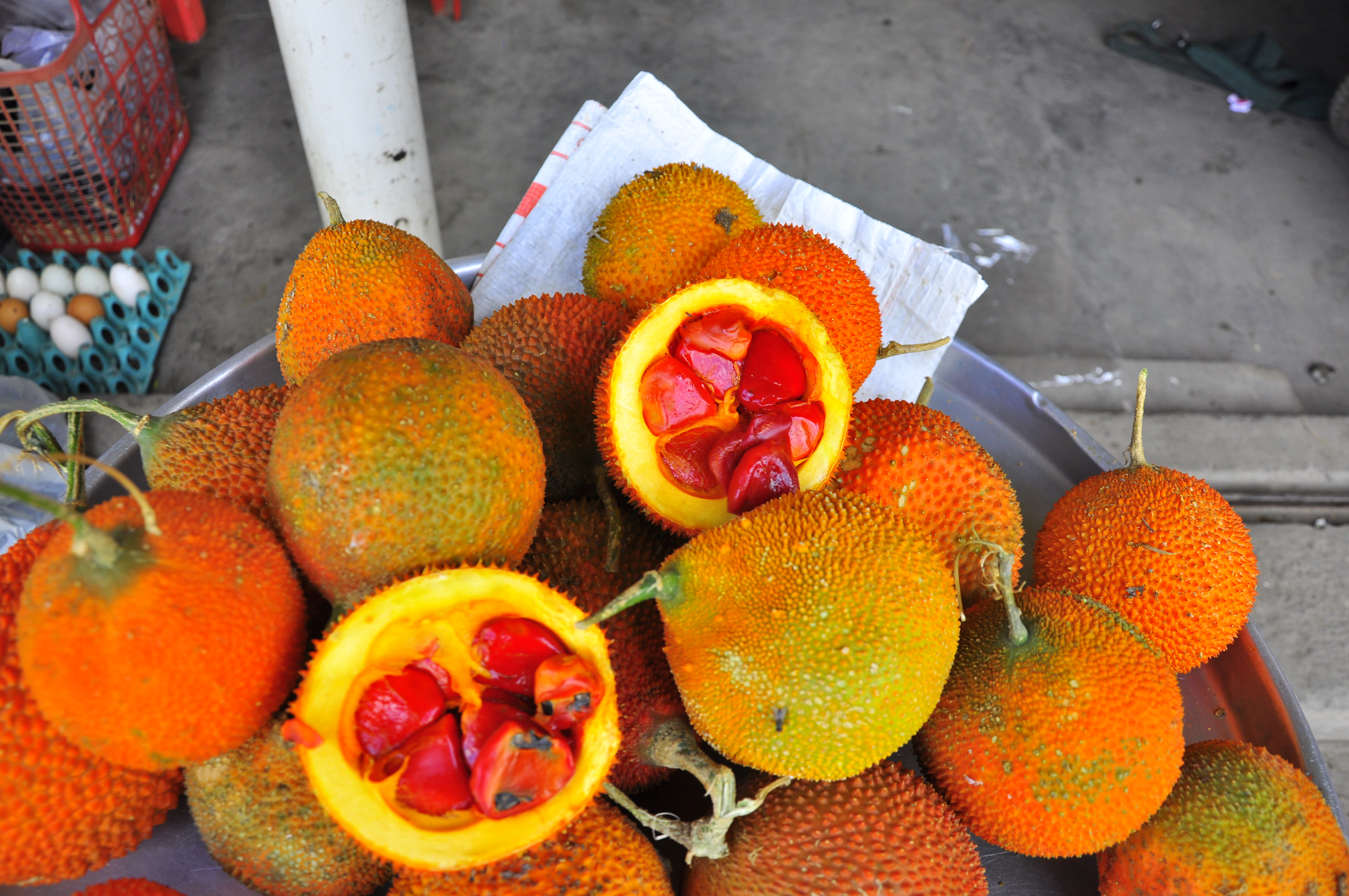
Gac (nur gekocht)
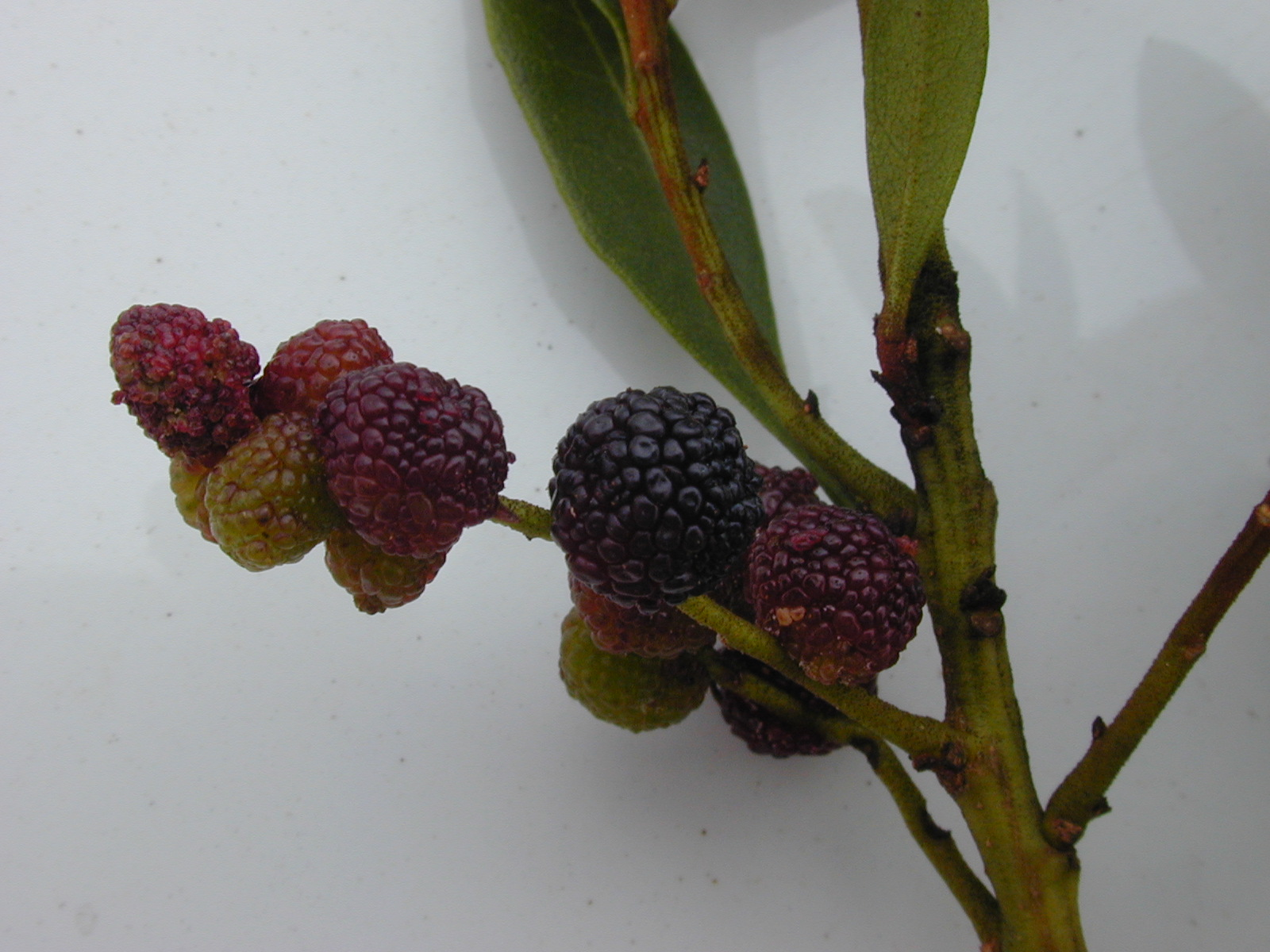
Gagelbaum
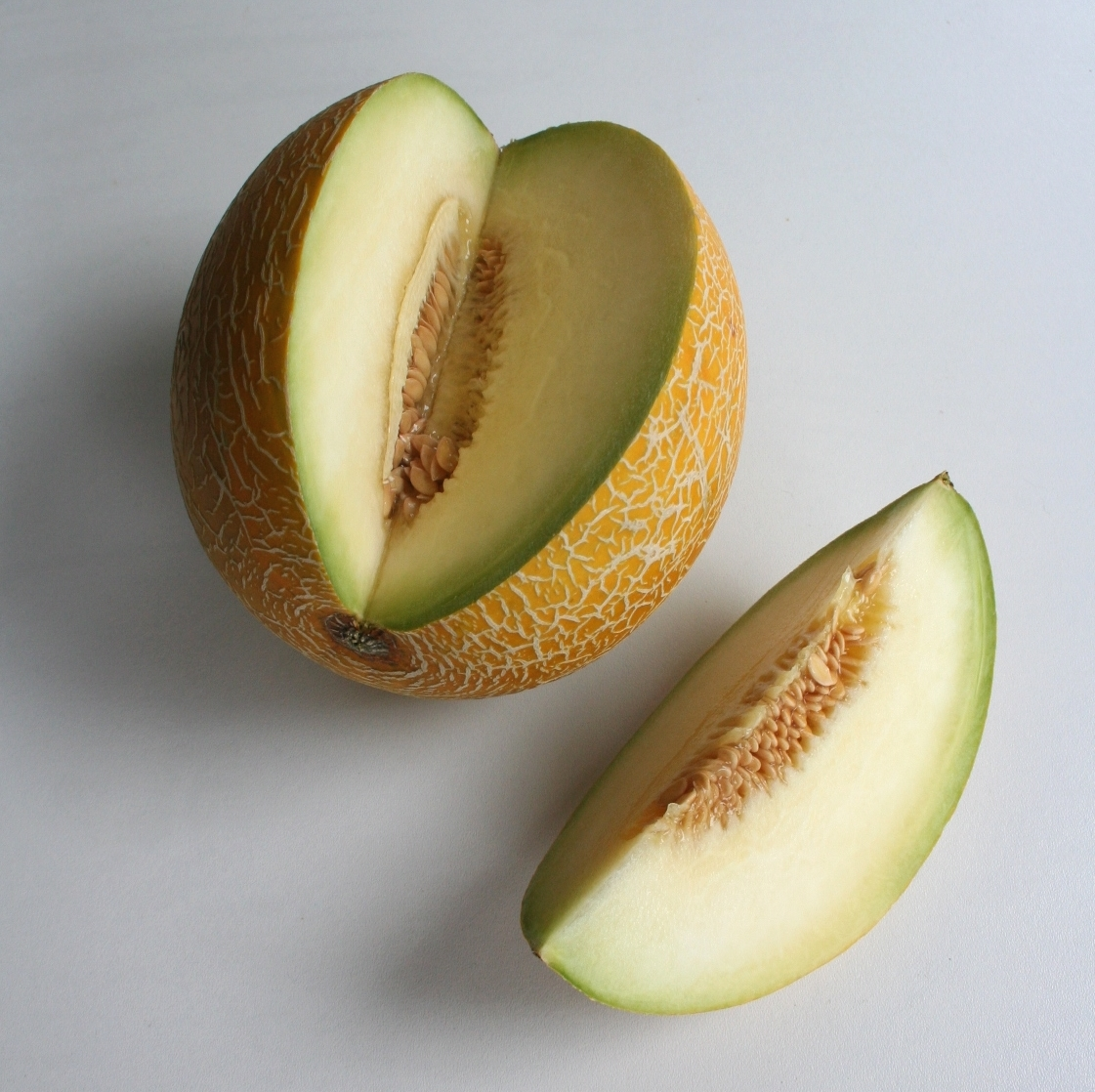
Galiamelone
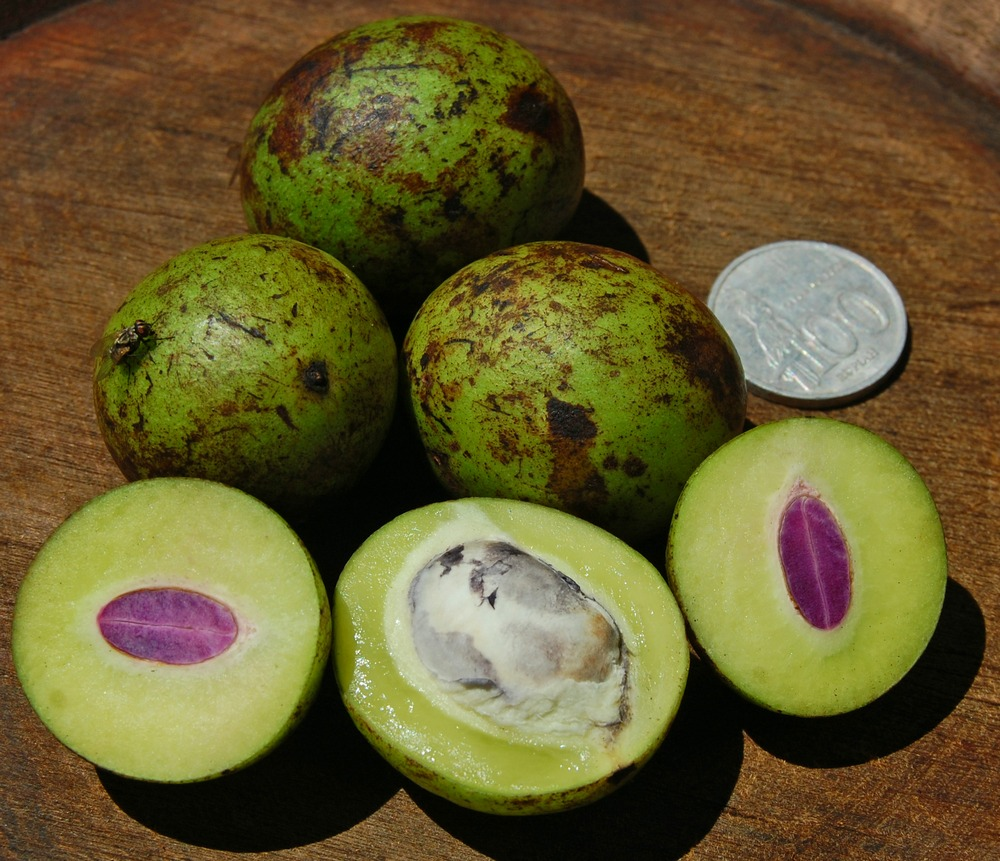
Gandaria
Garambullo
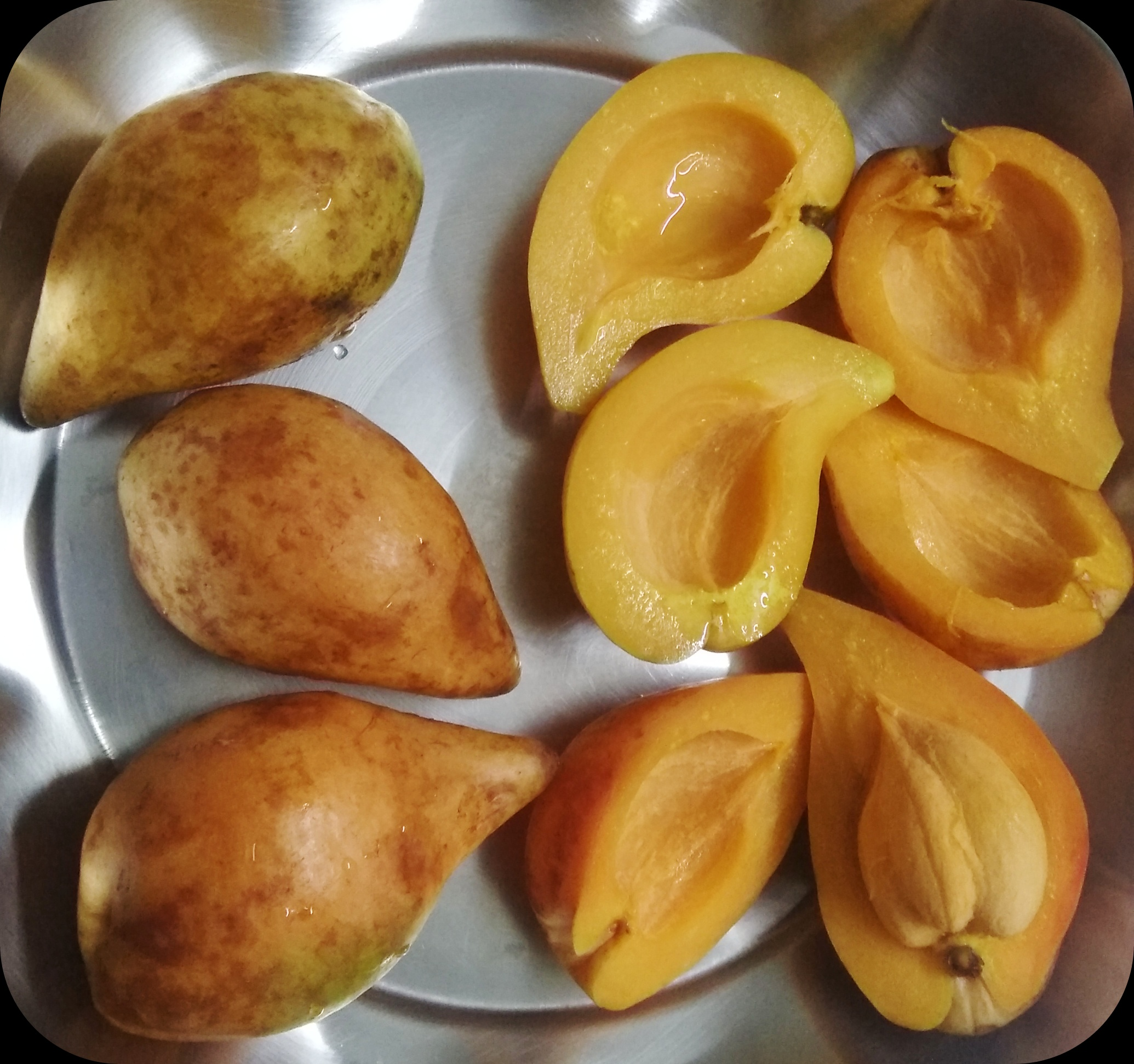
Garcinia cowa
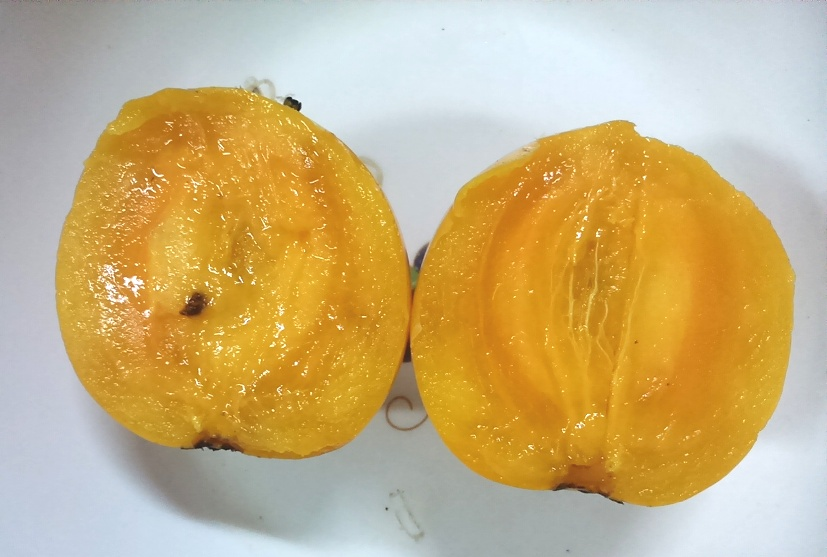
Garcinia dulcis
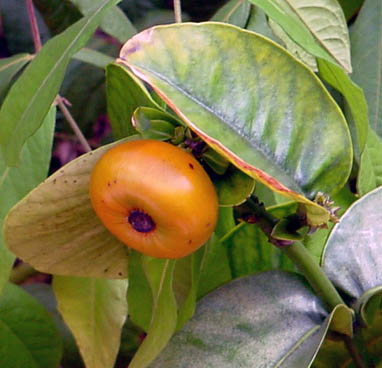
Garcinia prainiana
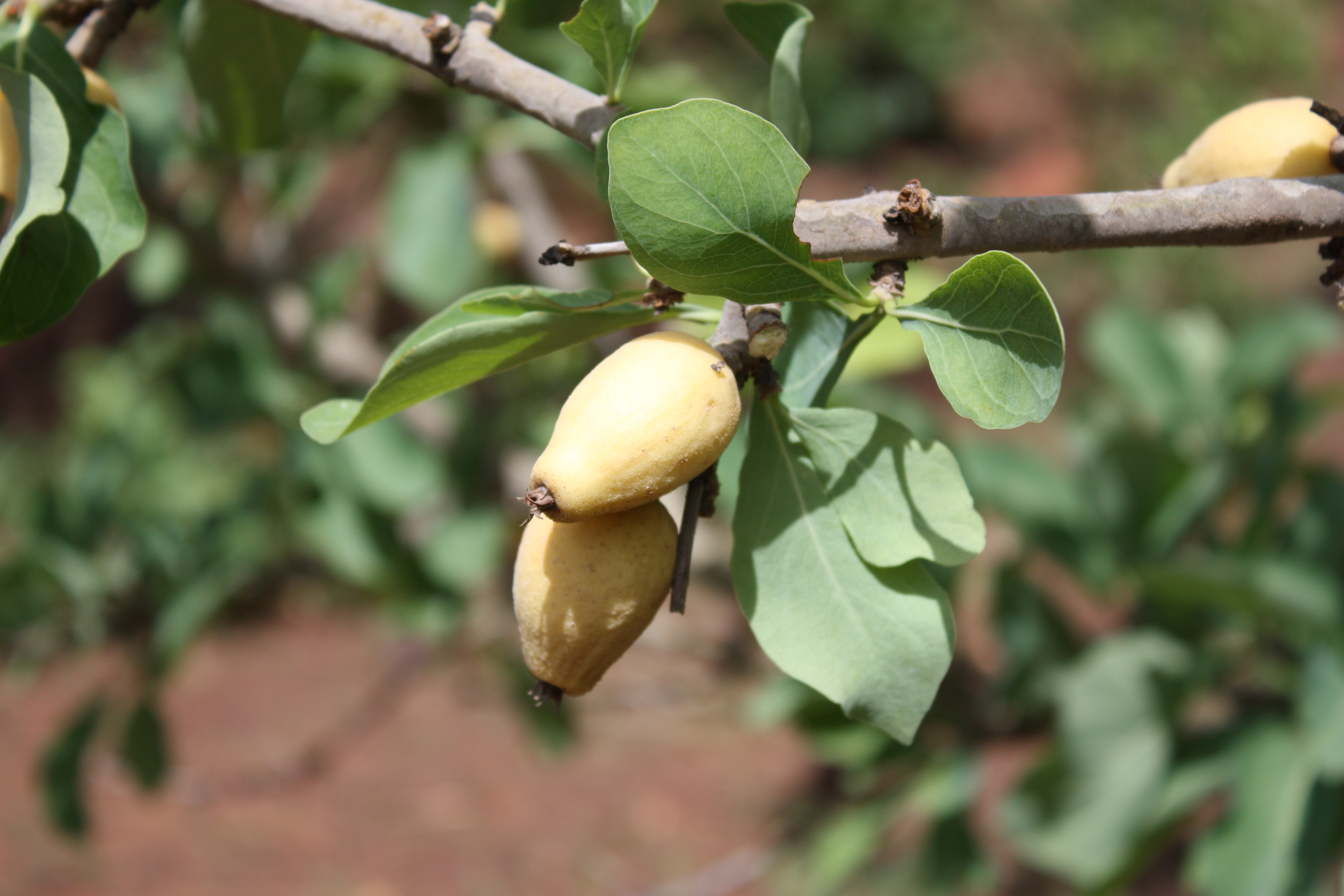
Gardenia erubescens
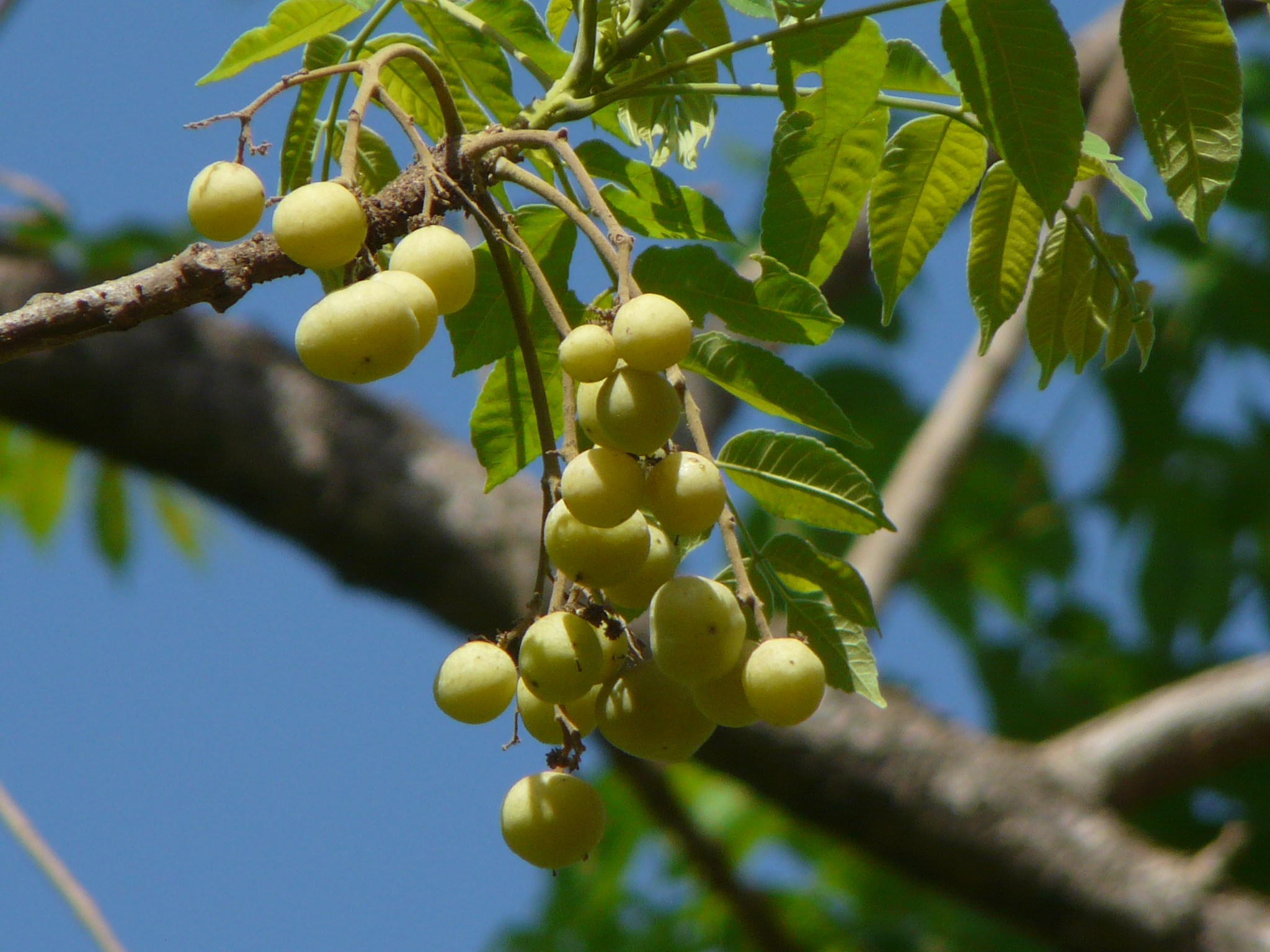
Garuga pinnata
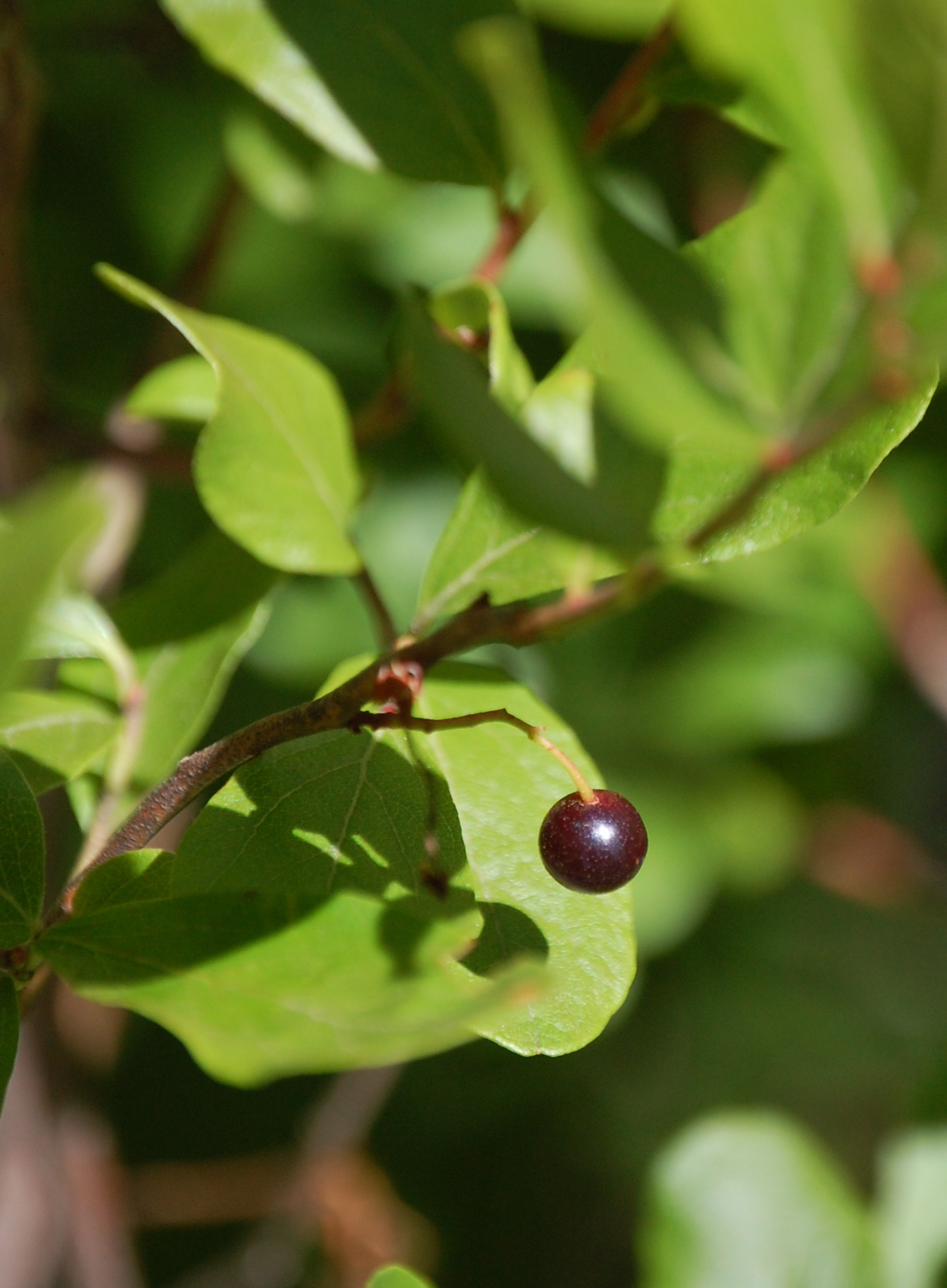
Gaylussacia baccata (versch. Gaylussacia-Arten haben ähnliche Früchte)
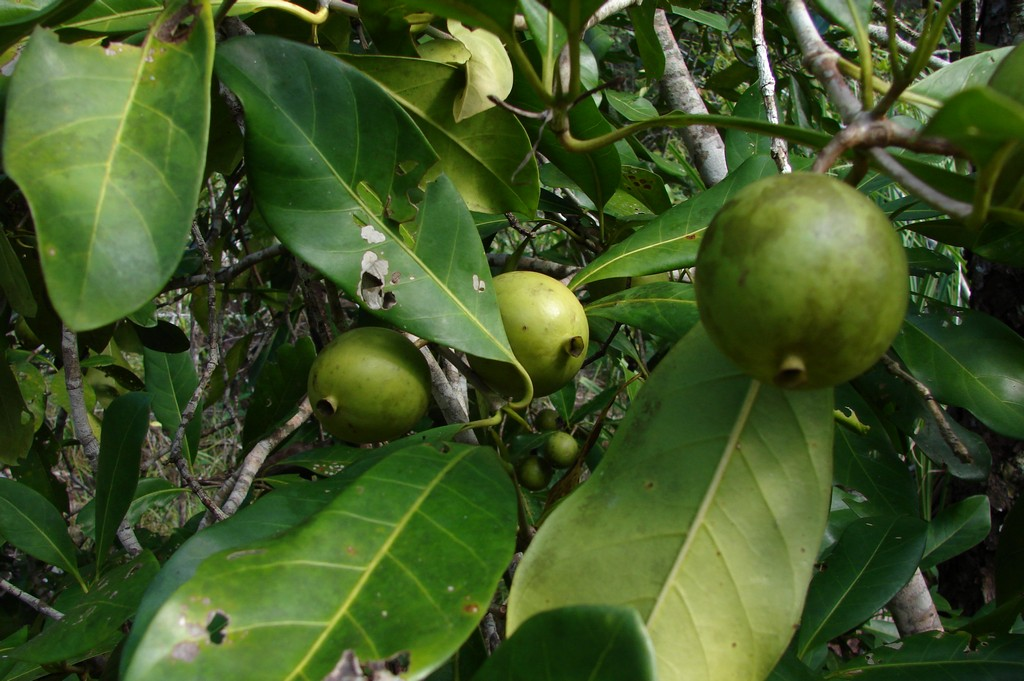
Gelbe Mangostane
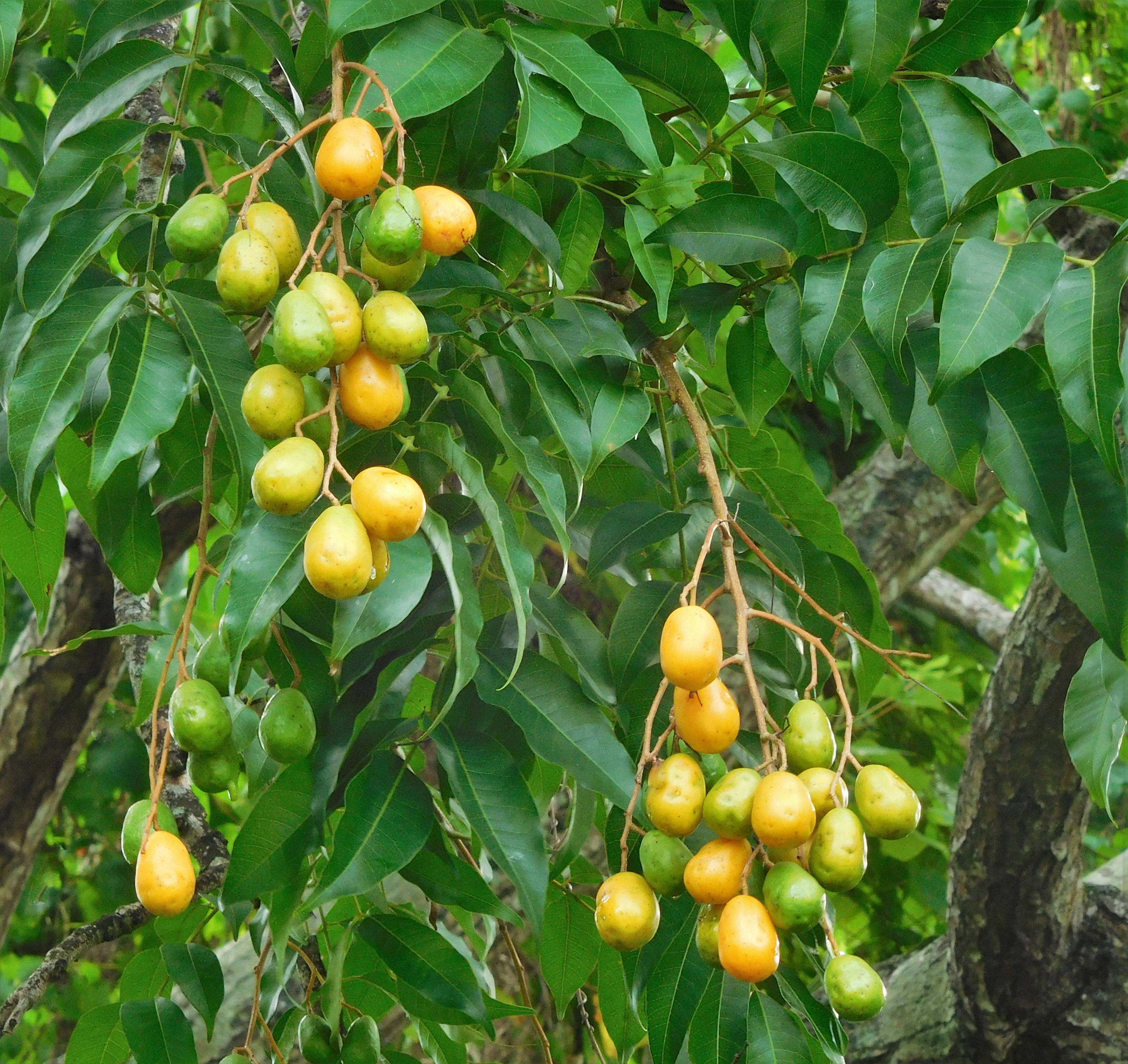
Gelbe Mombinpflaume
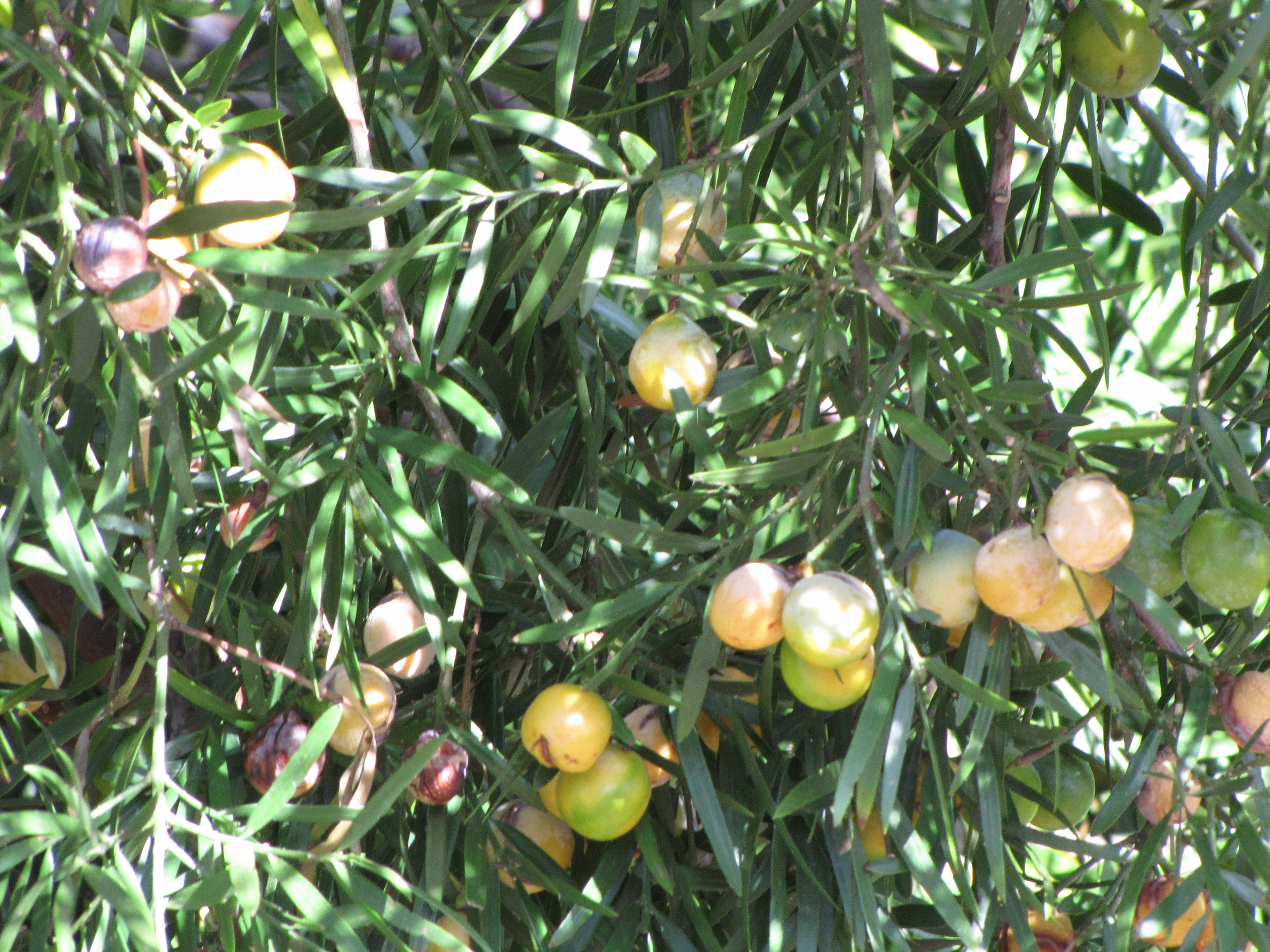
Gewöhnliches Afrogelbholz (Keine Frucht; nur Epimatium)
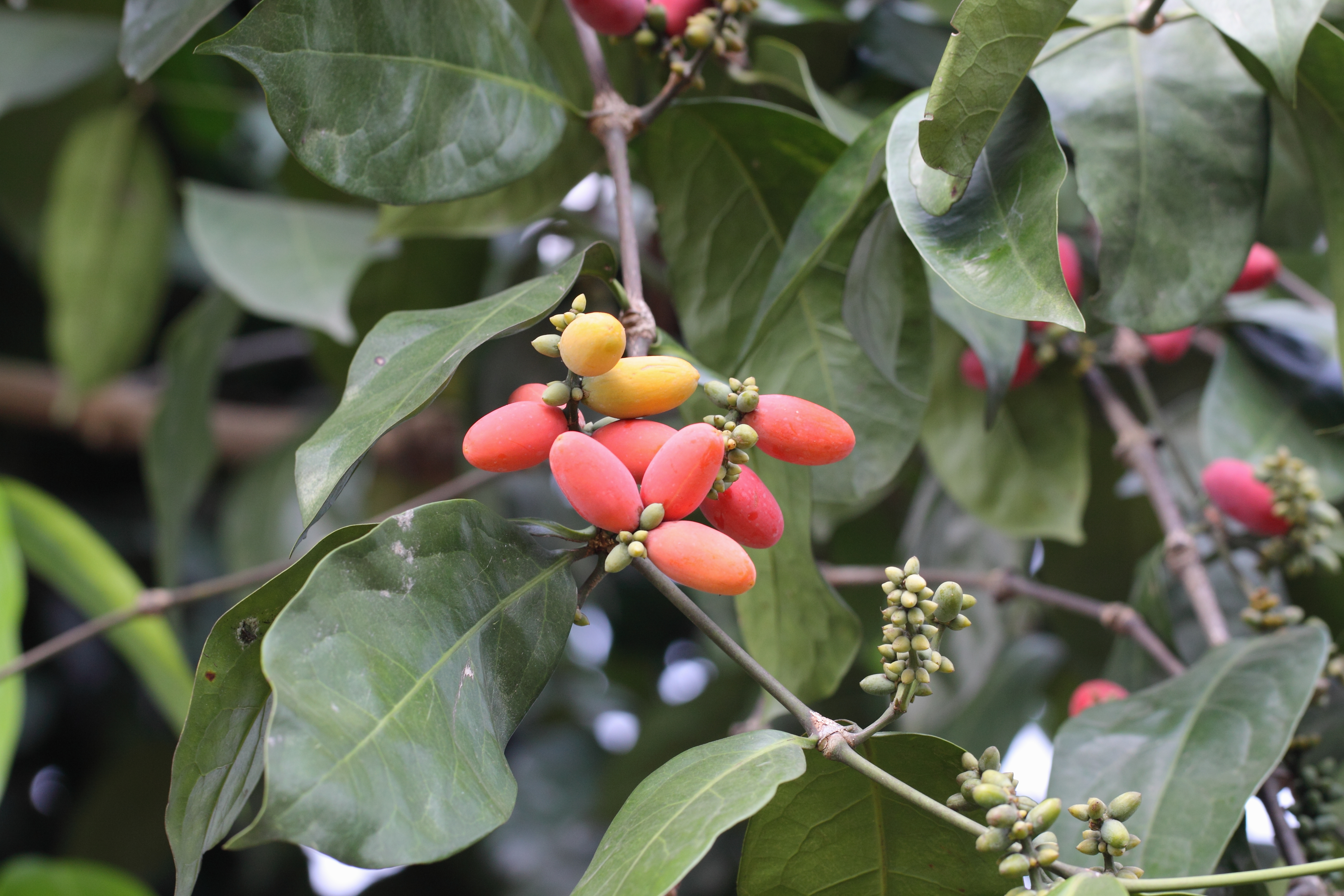
Gnetum gnemon, Gnetum africanum, Gnetum buchholzianum (Keine Frucht; nur der Arillus)
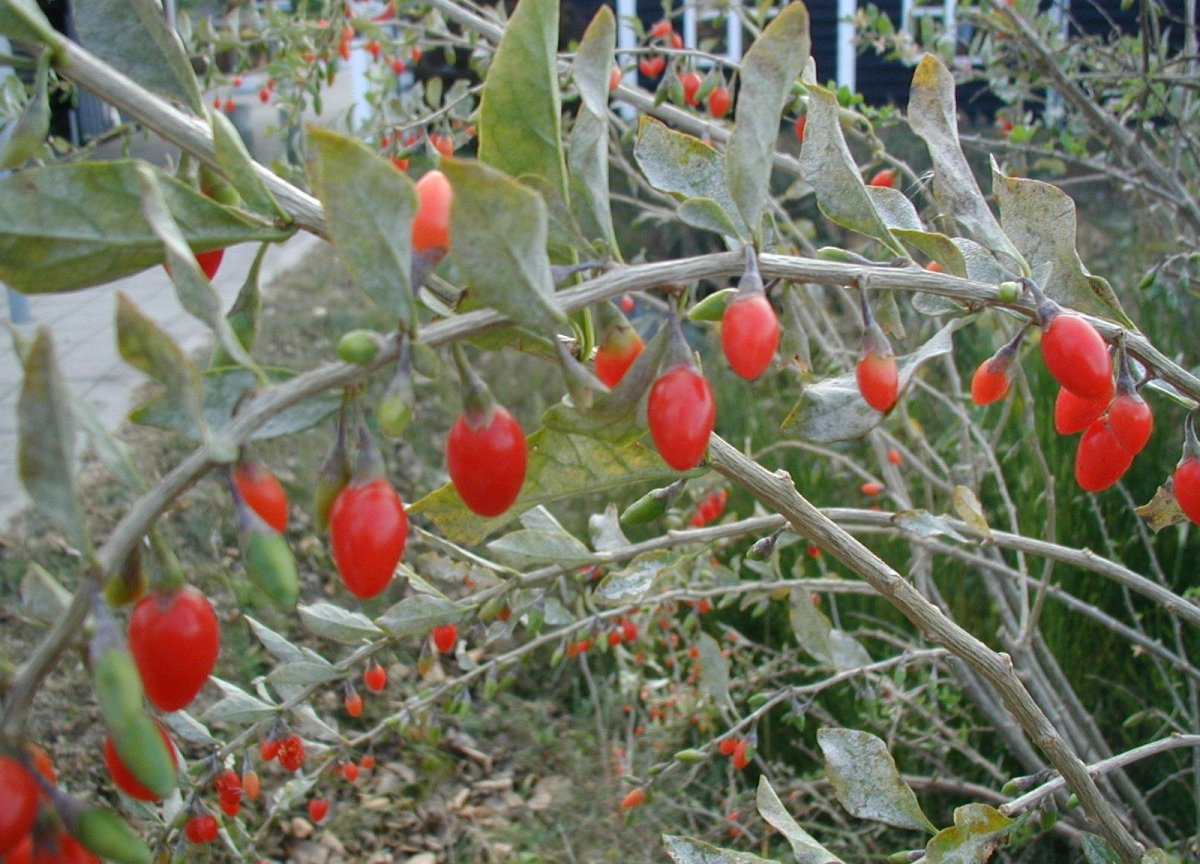
Goji-Beere
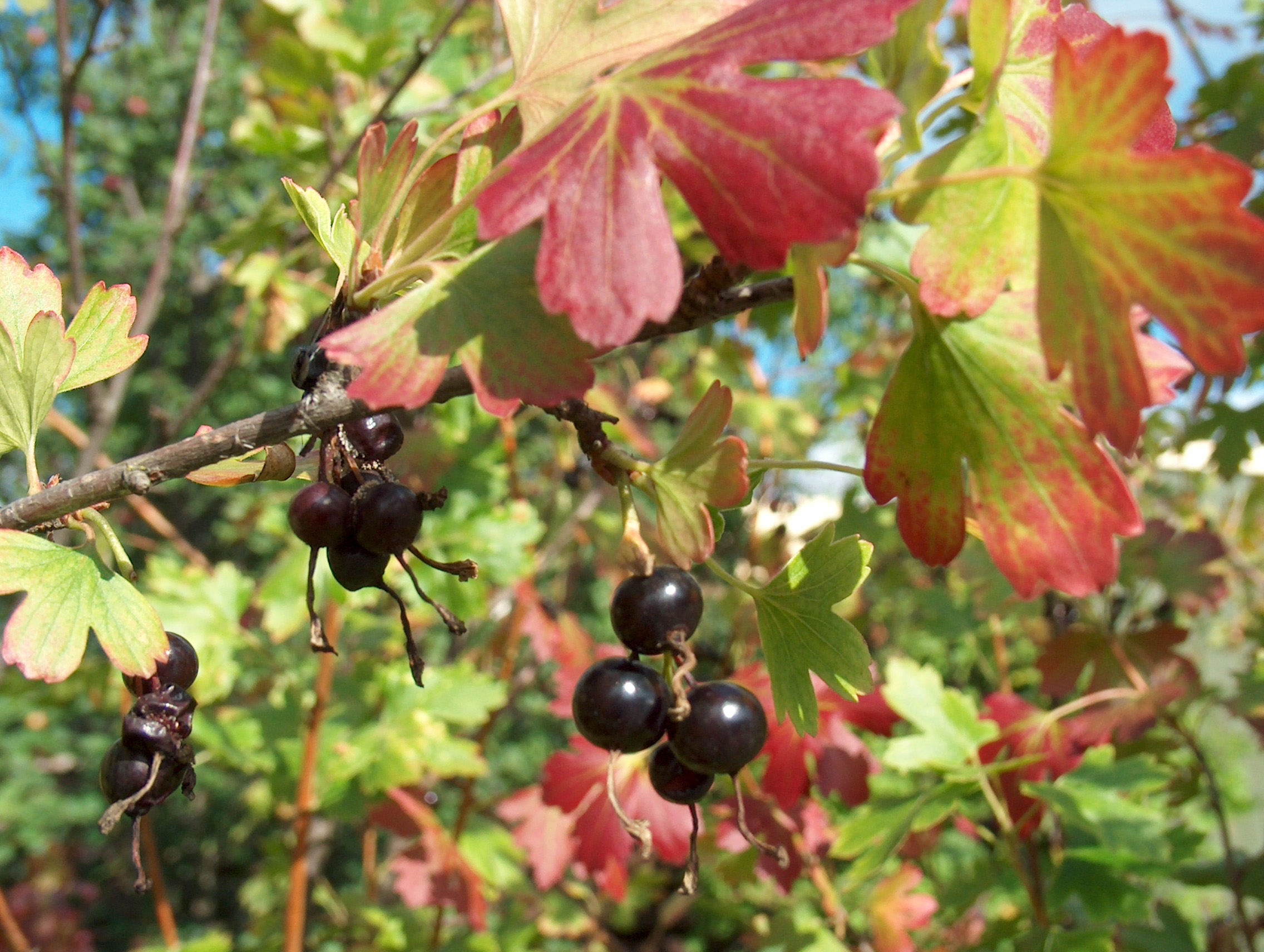
Gold-Johannisbeere
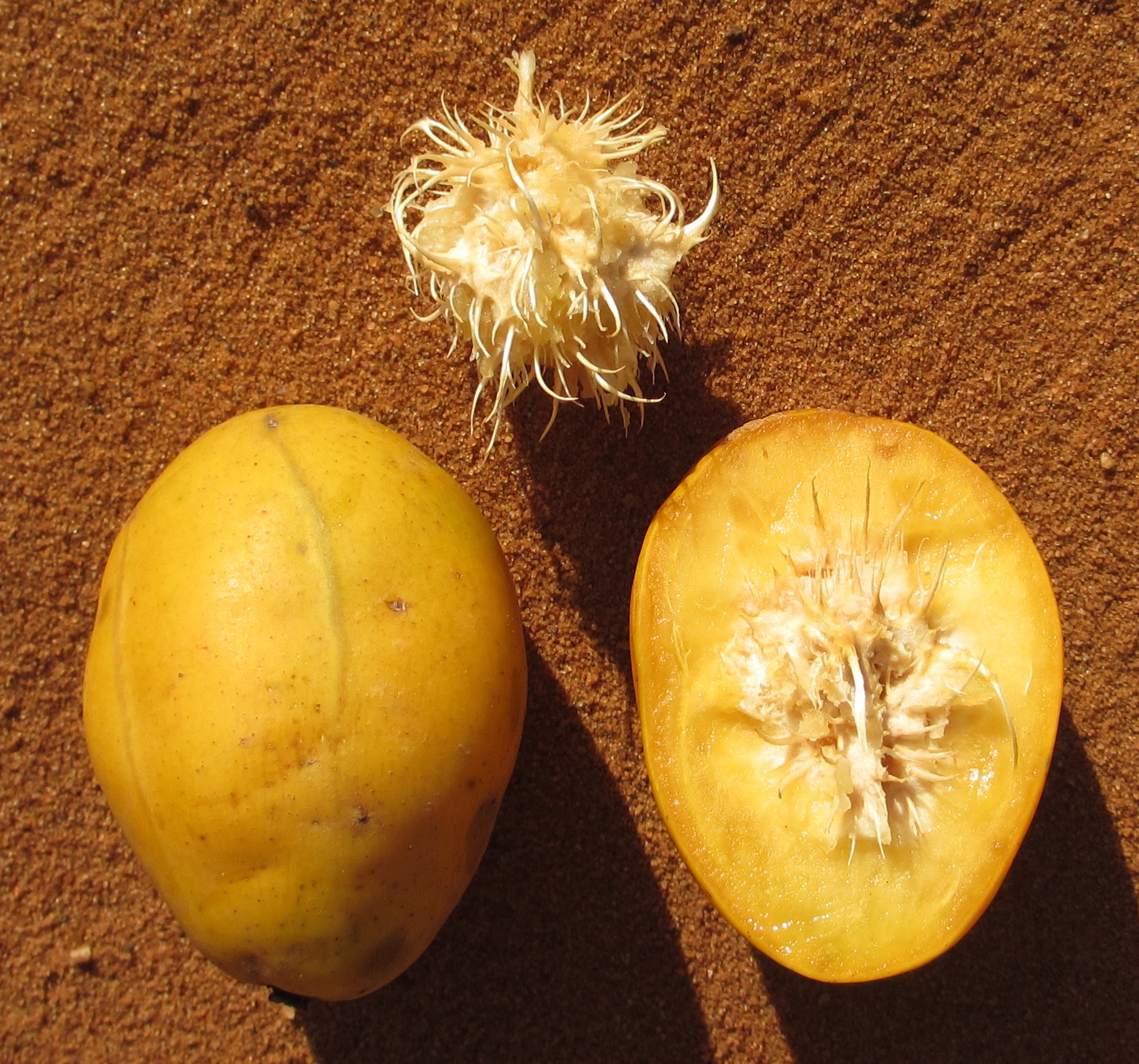
Goldpflaume (Ambarella) (Blätter als Gemüse)
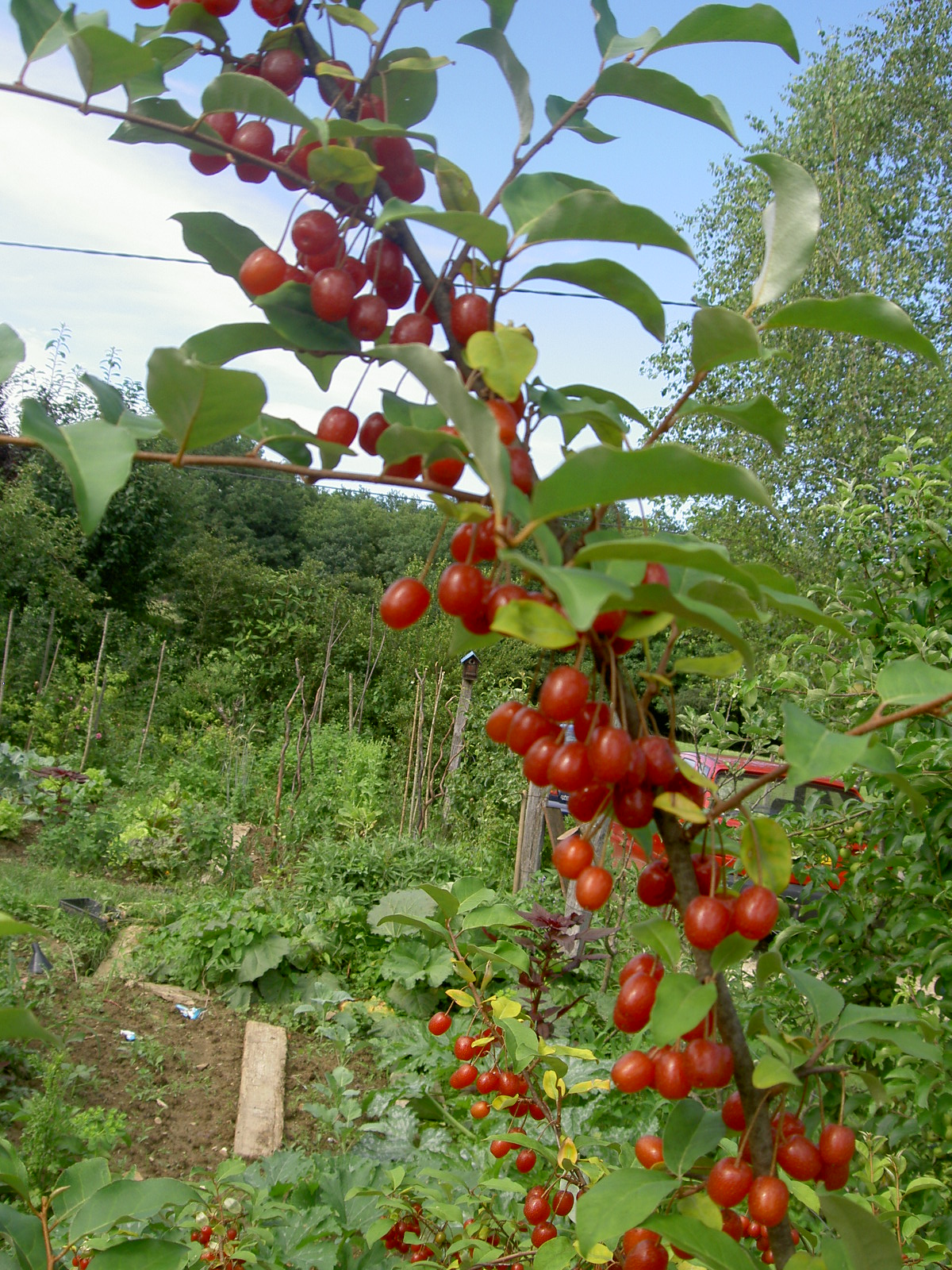
Goumi (auch Schmalblättrige Ölweide, Dornige Ölweide)
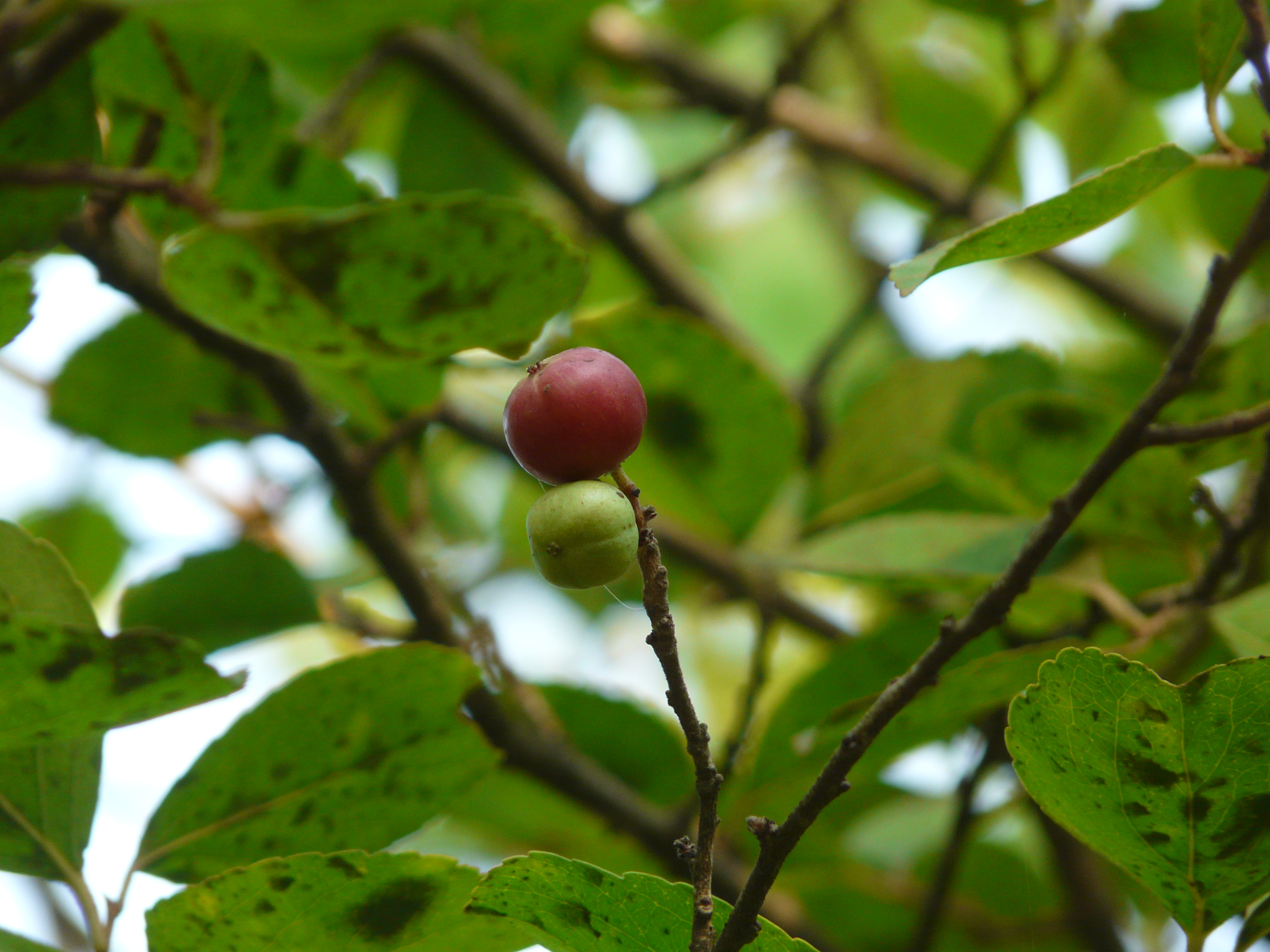
Gouverneurspflaume (ähnlich ist Flacourtia jangomas)
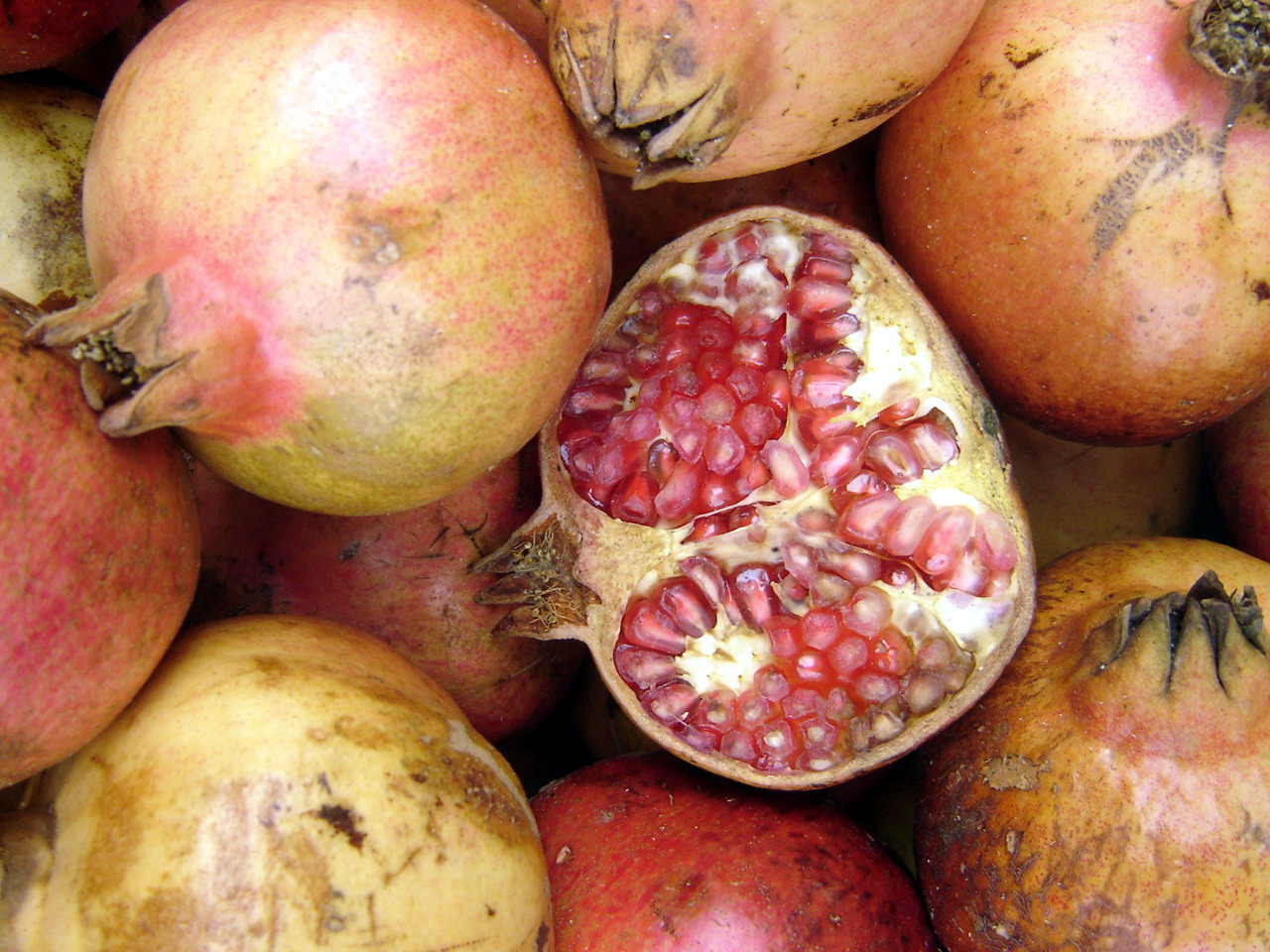
Granatapfel
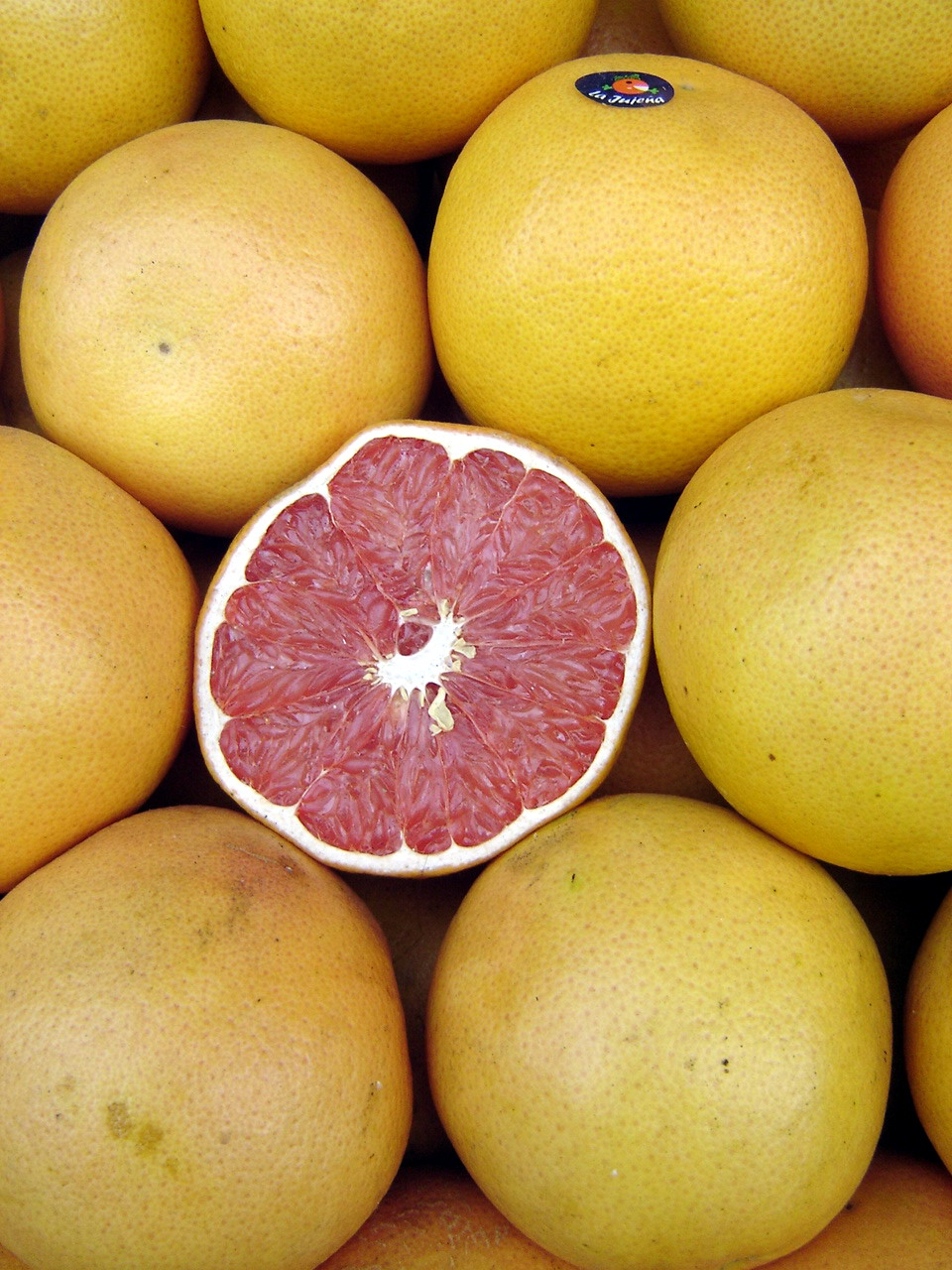
Grapefruit
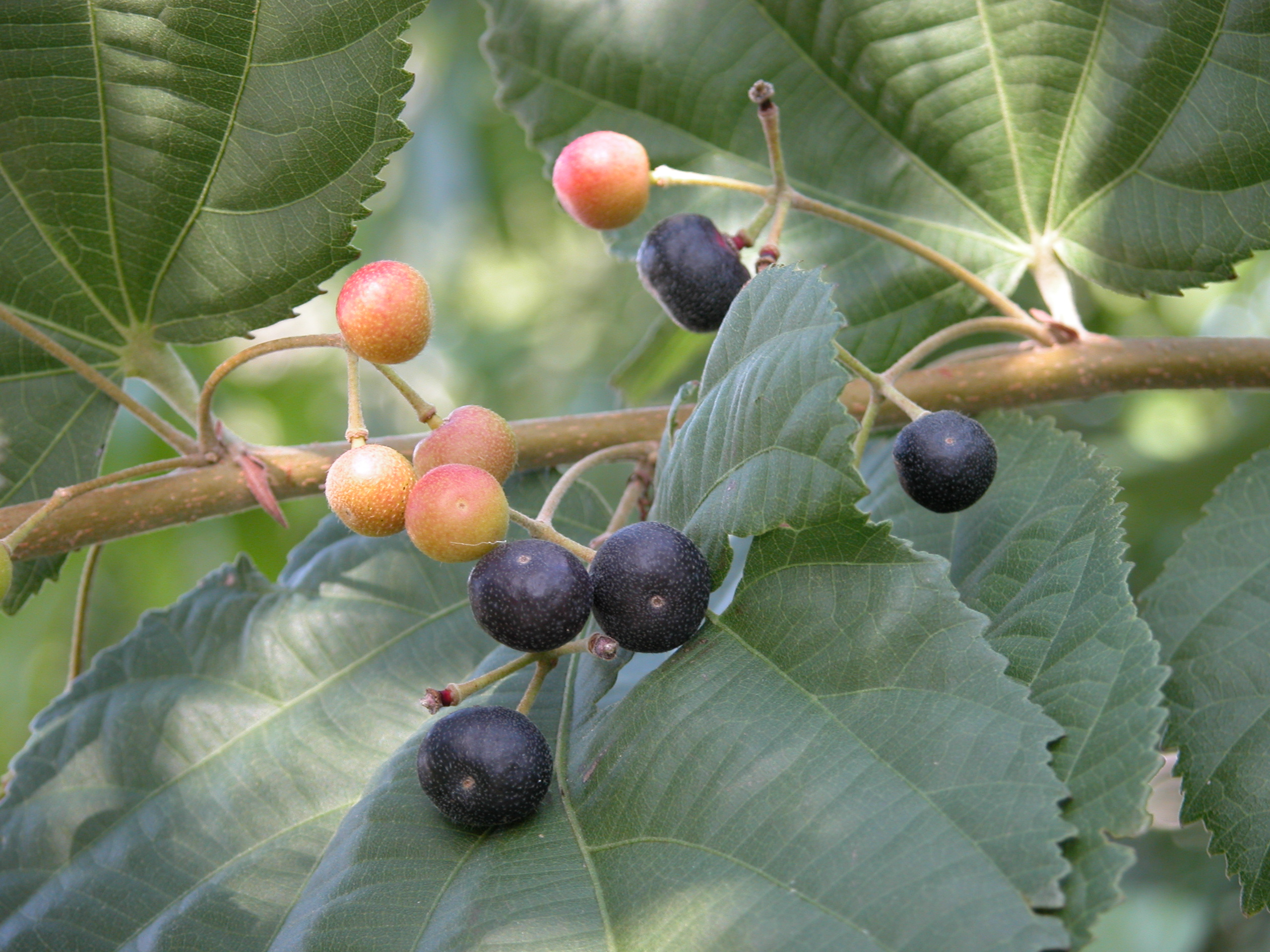
Grewia asiatica (Phalsa oder Falsa)
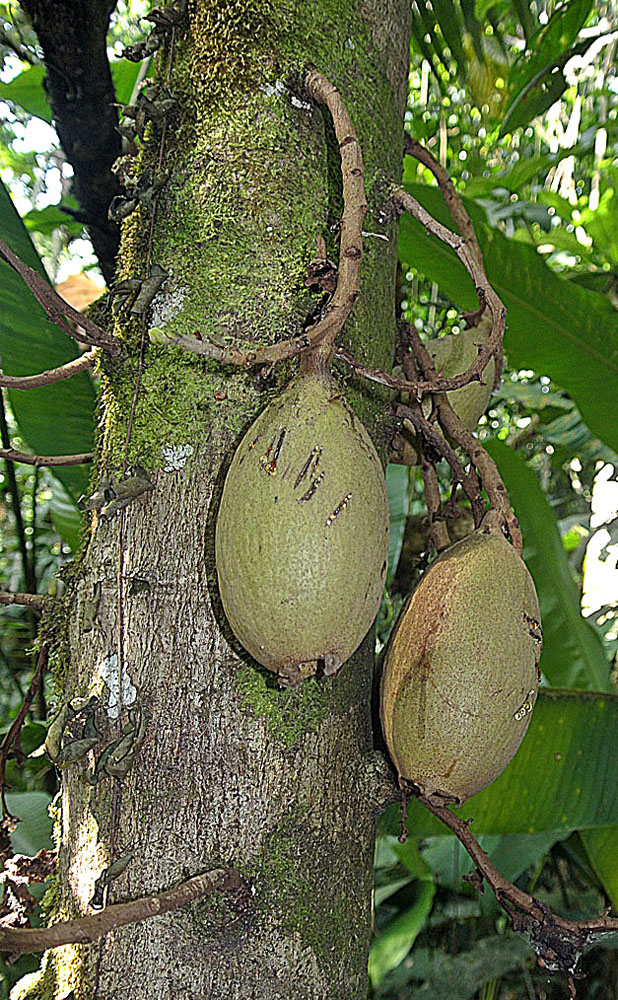
Grias neuberthii (Piton)
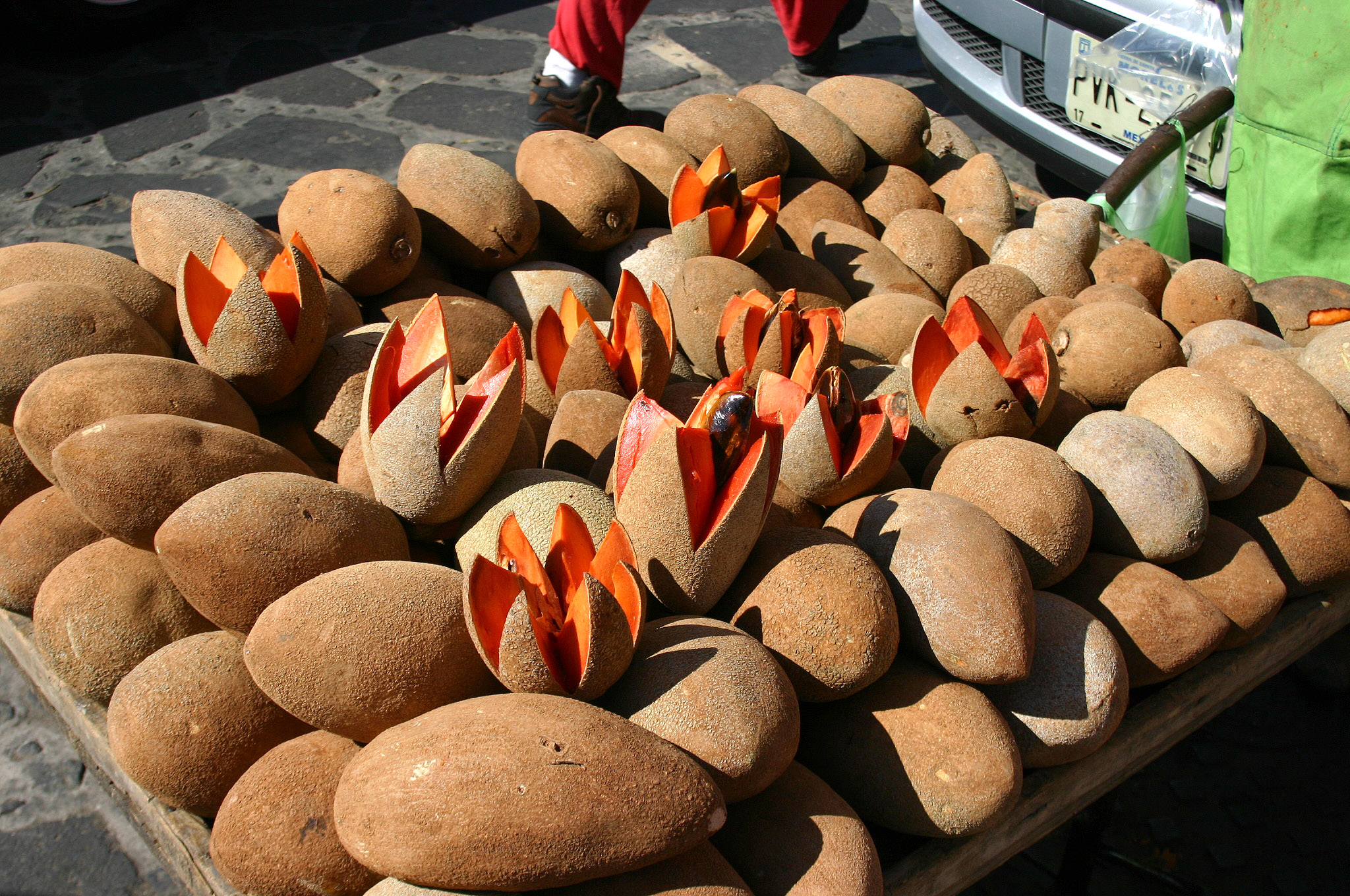
Große Sapote
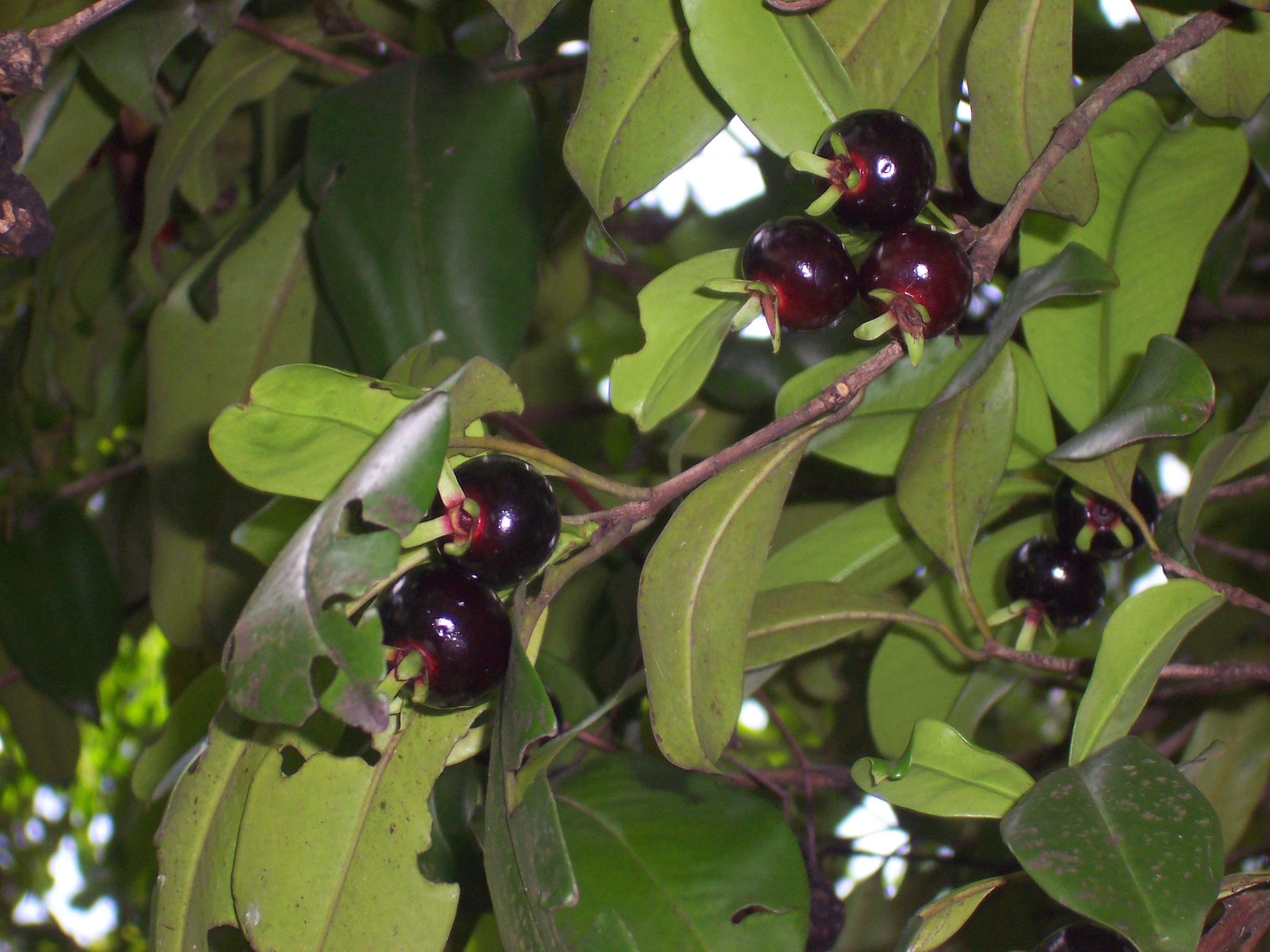
Grumichama (Grumixama)
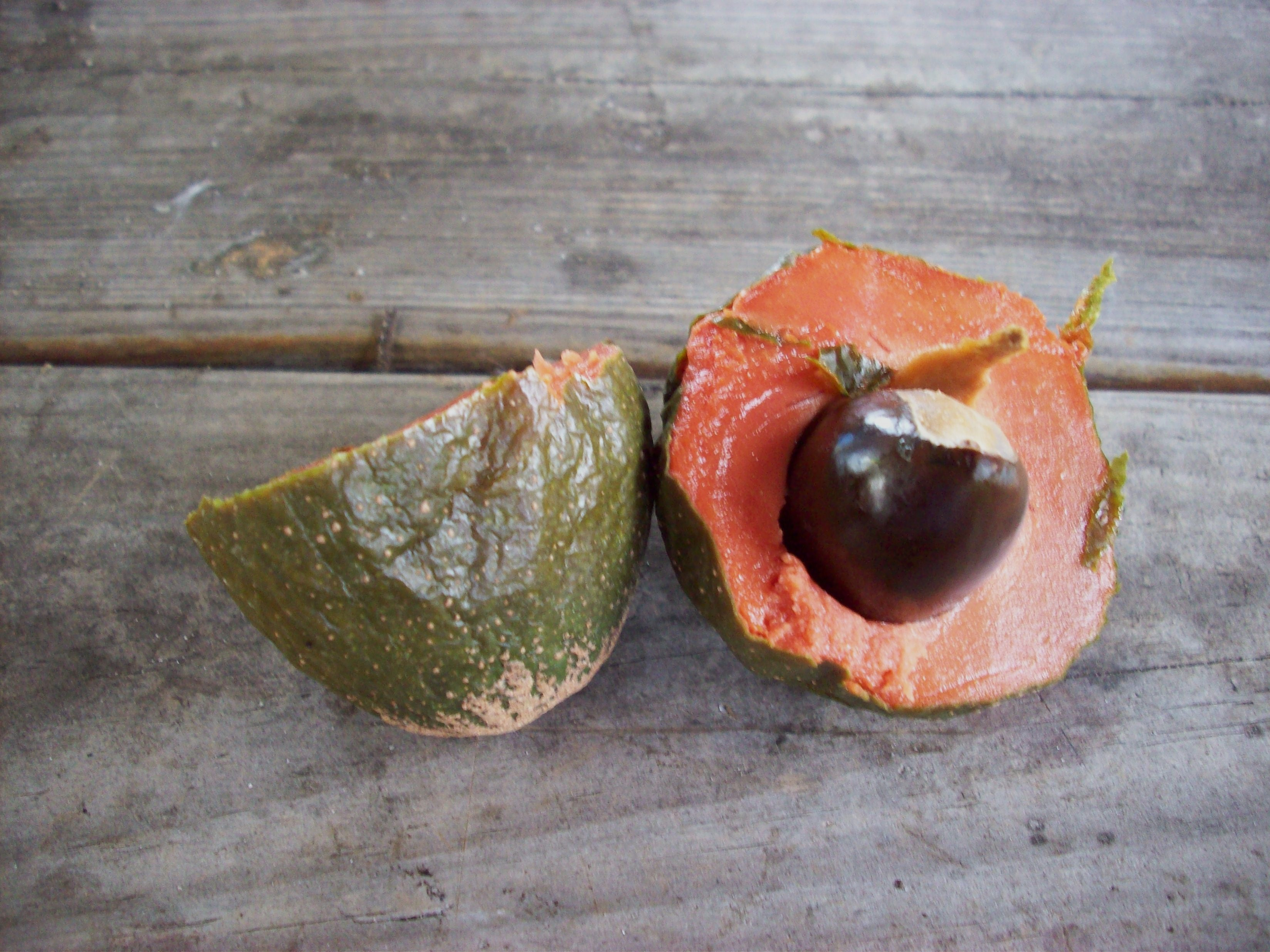
Grüne Sapote
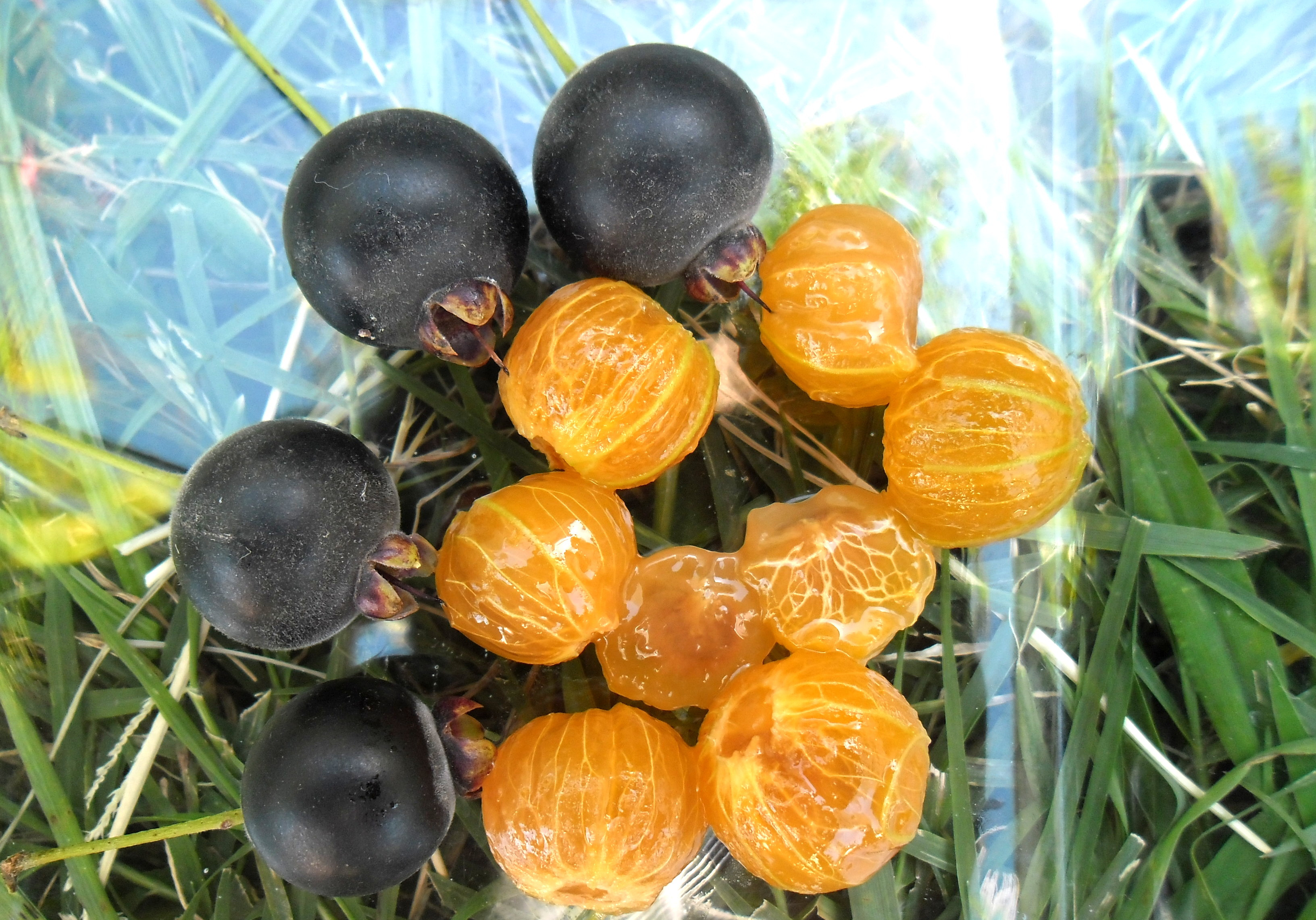
Guabiju (Guaviyu, Guabira)
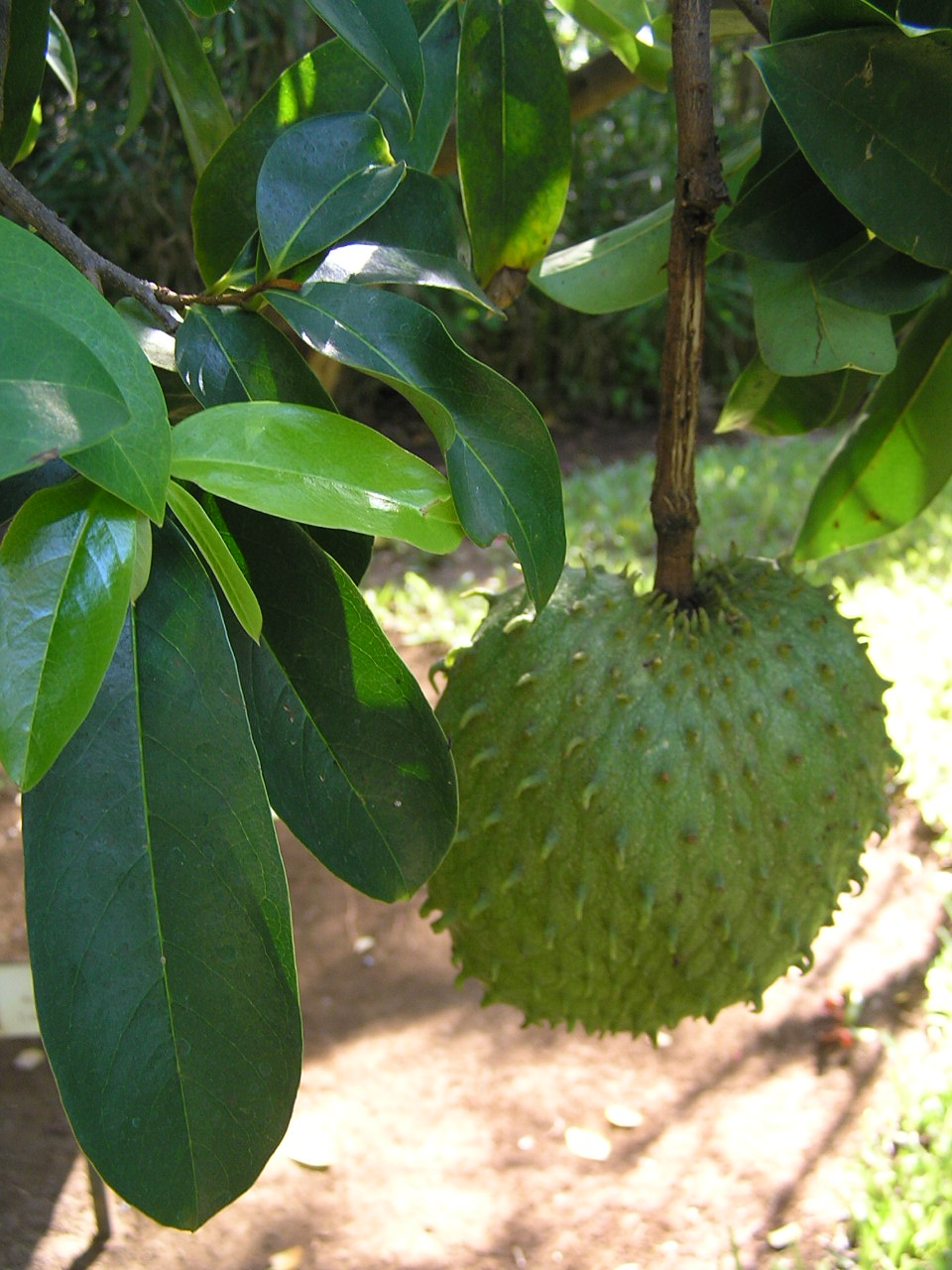
Guanabana
Guave
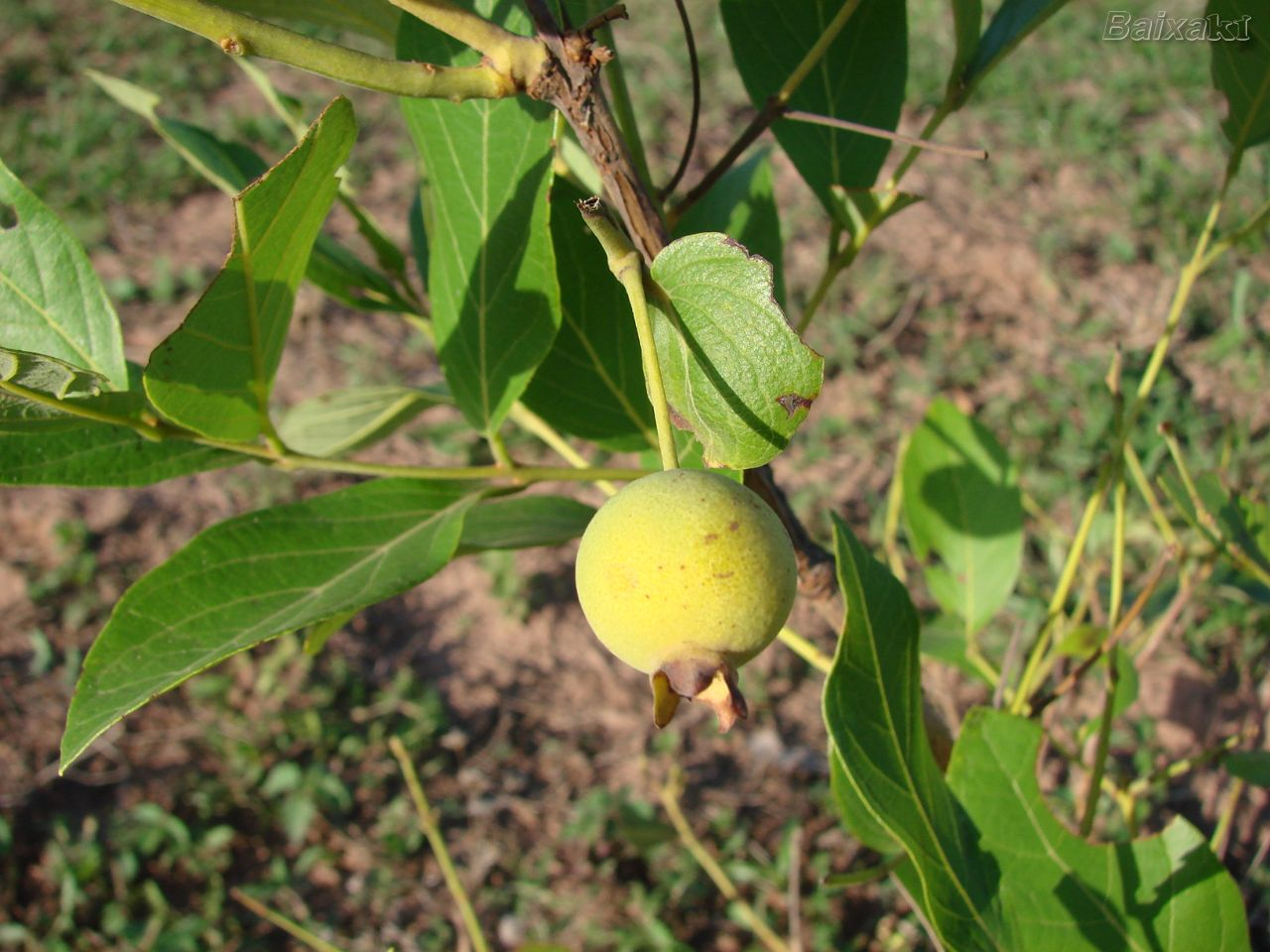
Guavira, Guabiroba
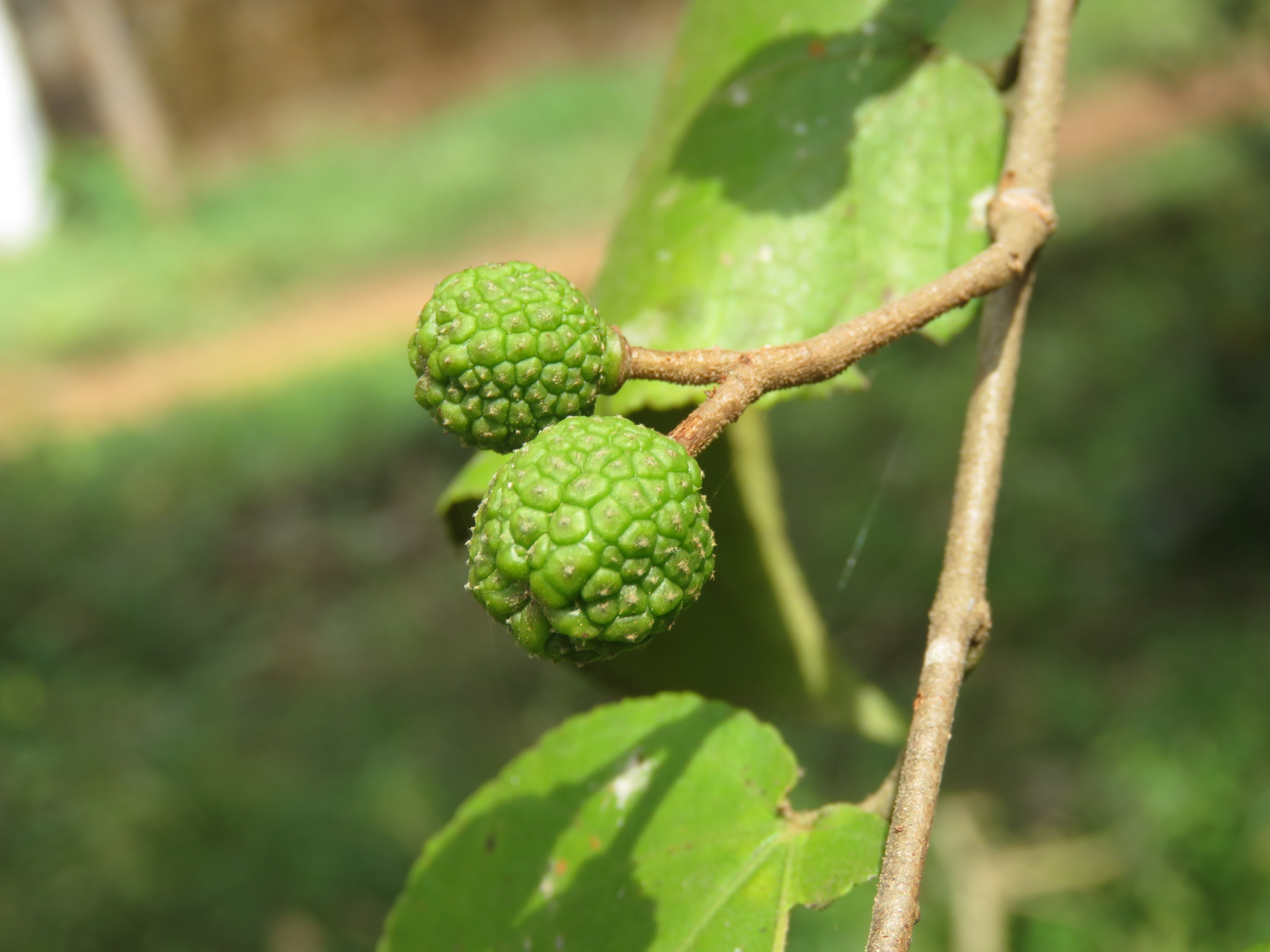
Guazuma ulmifolia (nur junge Früchte sind essbar)
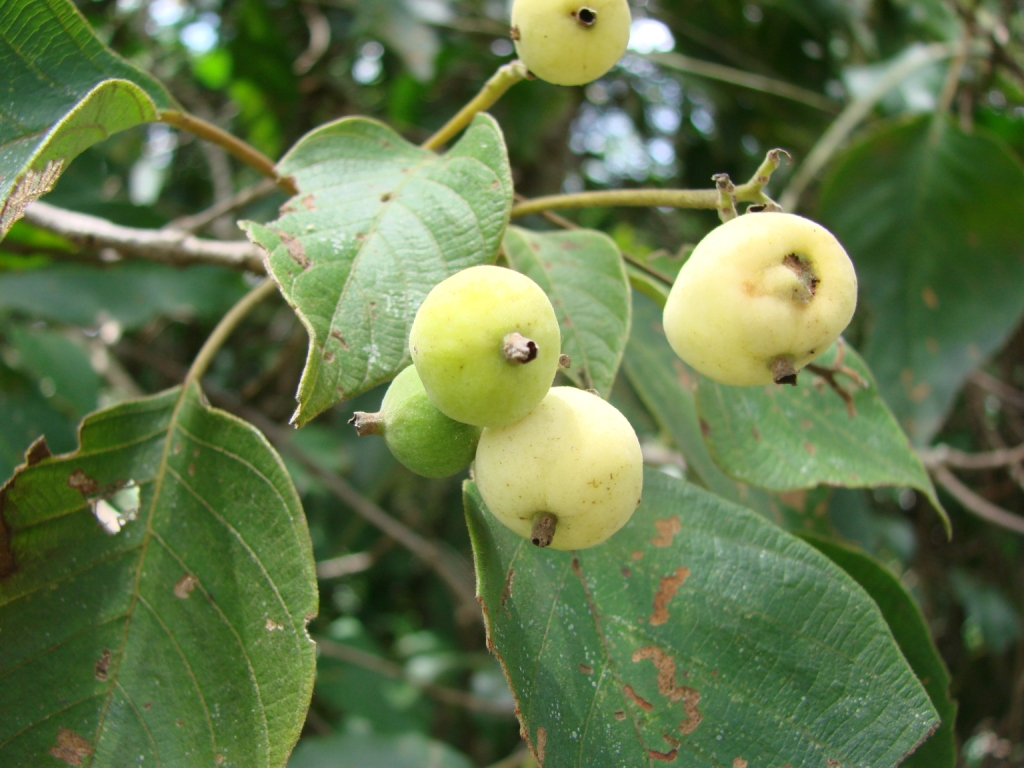
Guettarda viburnoides (Veludo branco, Angélica)
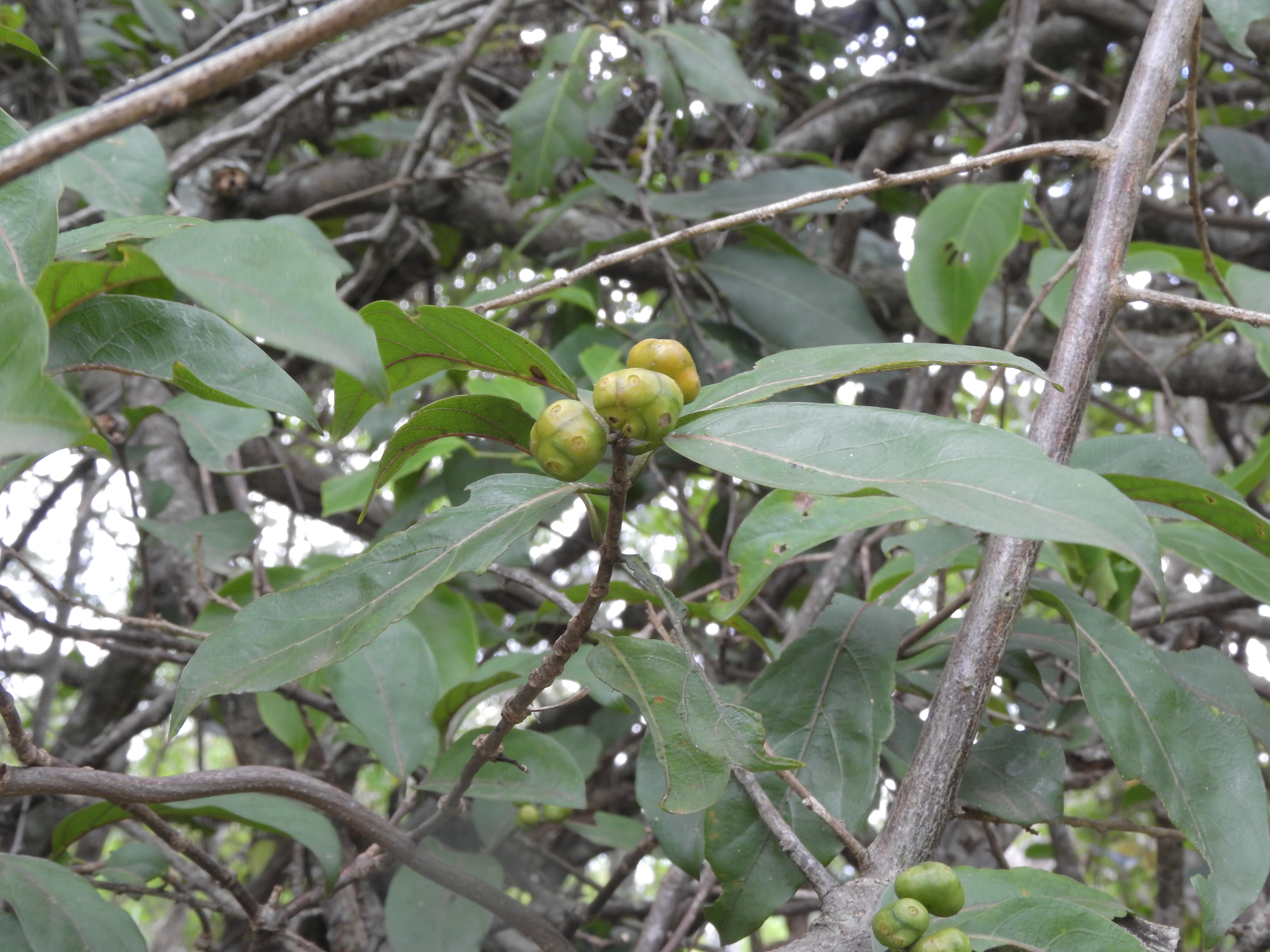
Gynochthodes umbellata
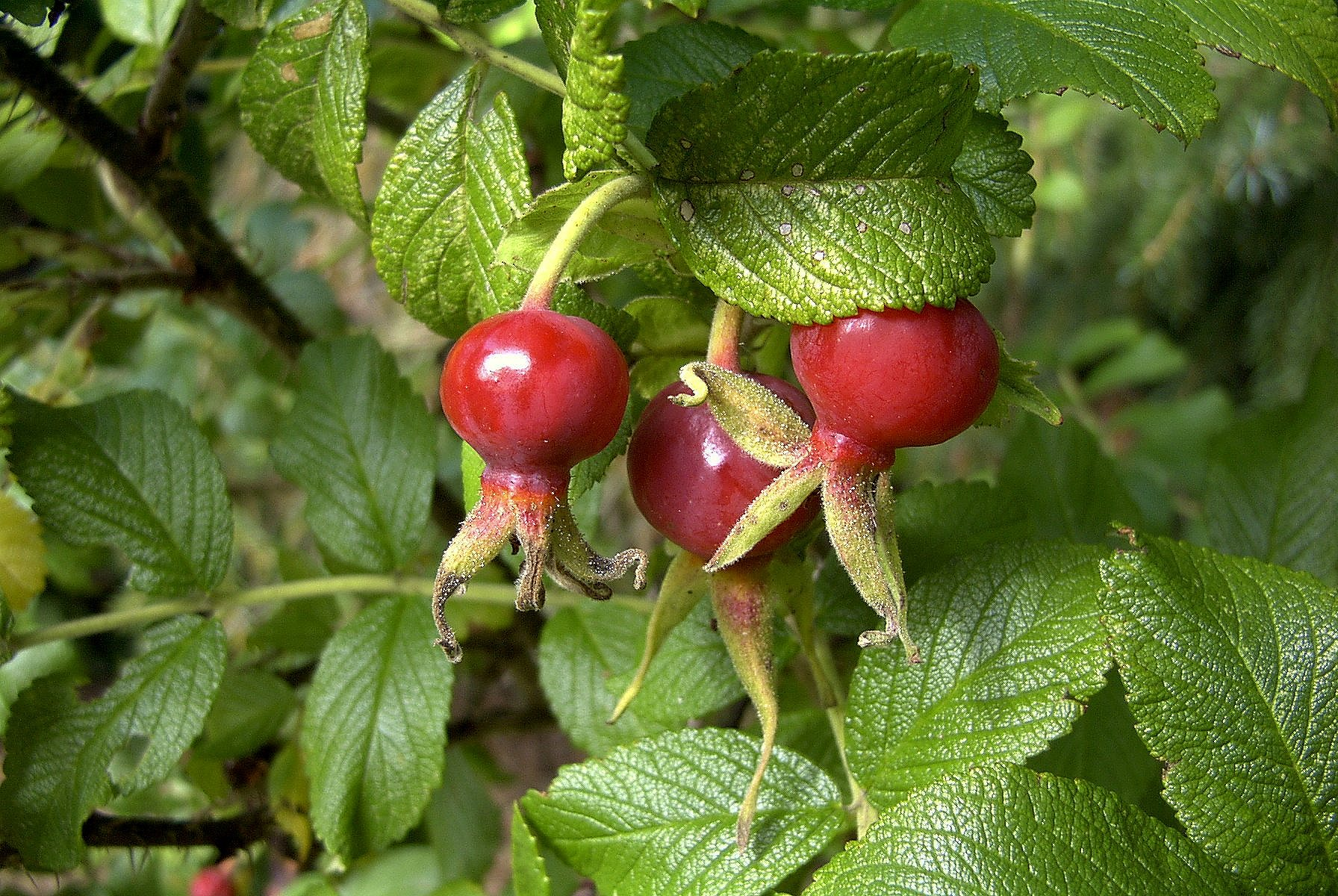
Hagebutte
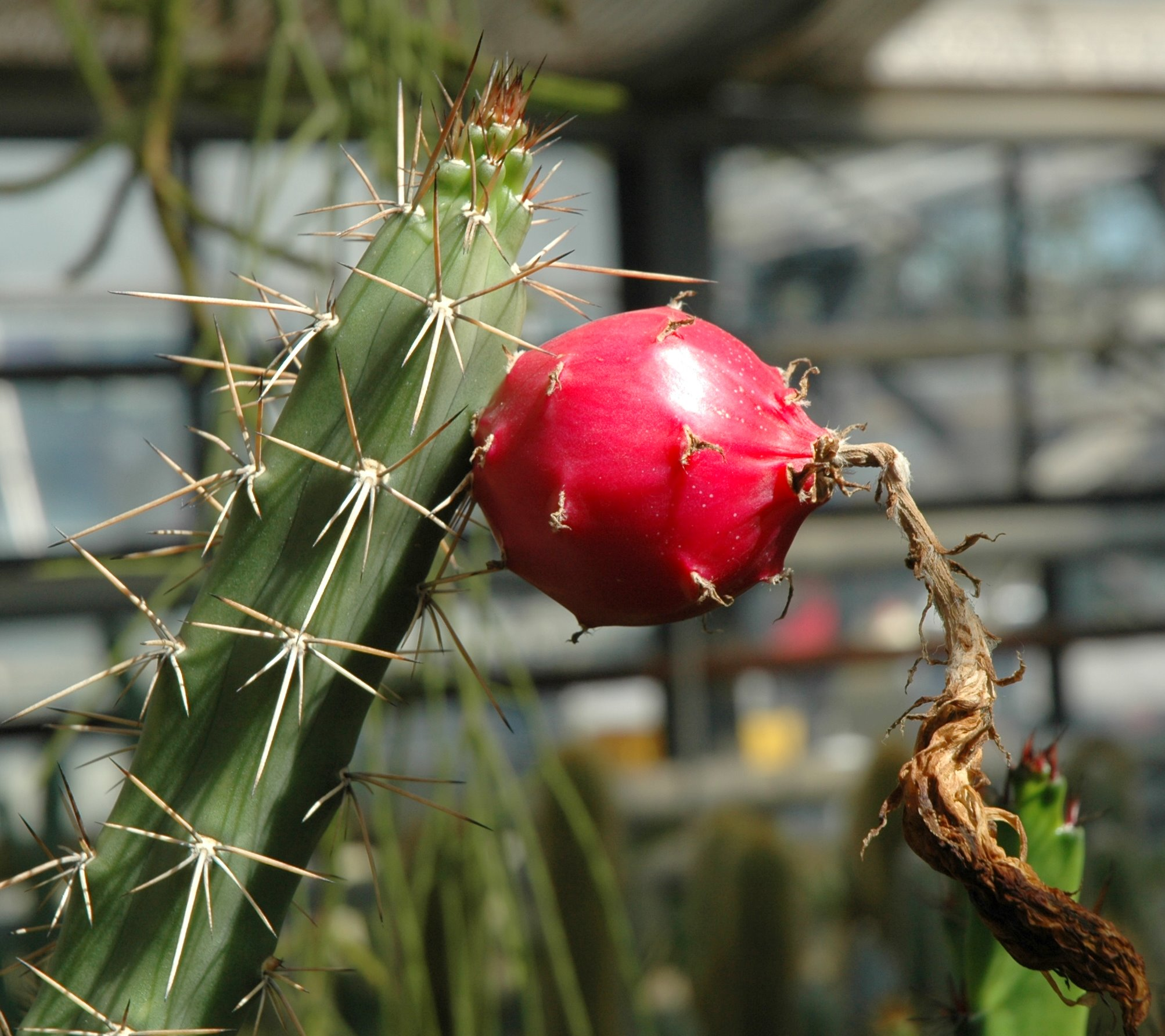
Harrisia bonplandii (Datura)
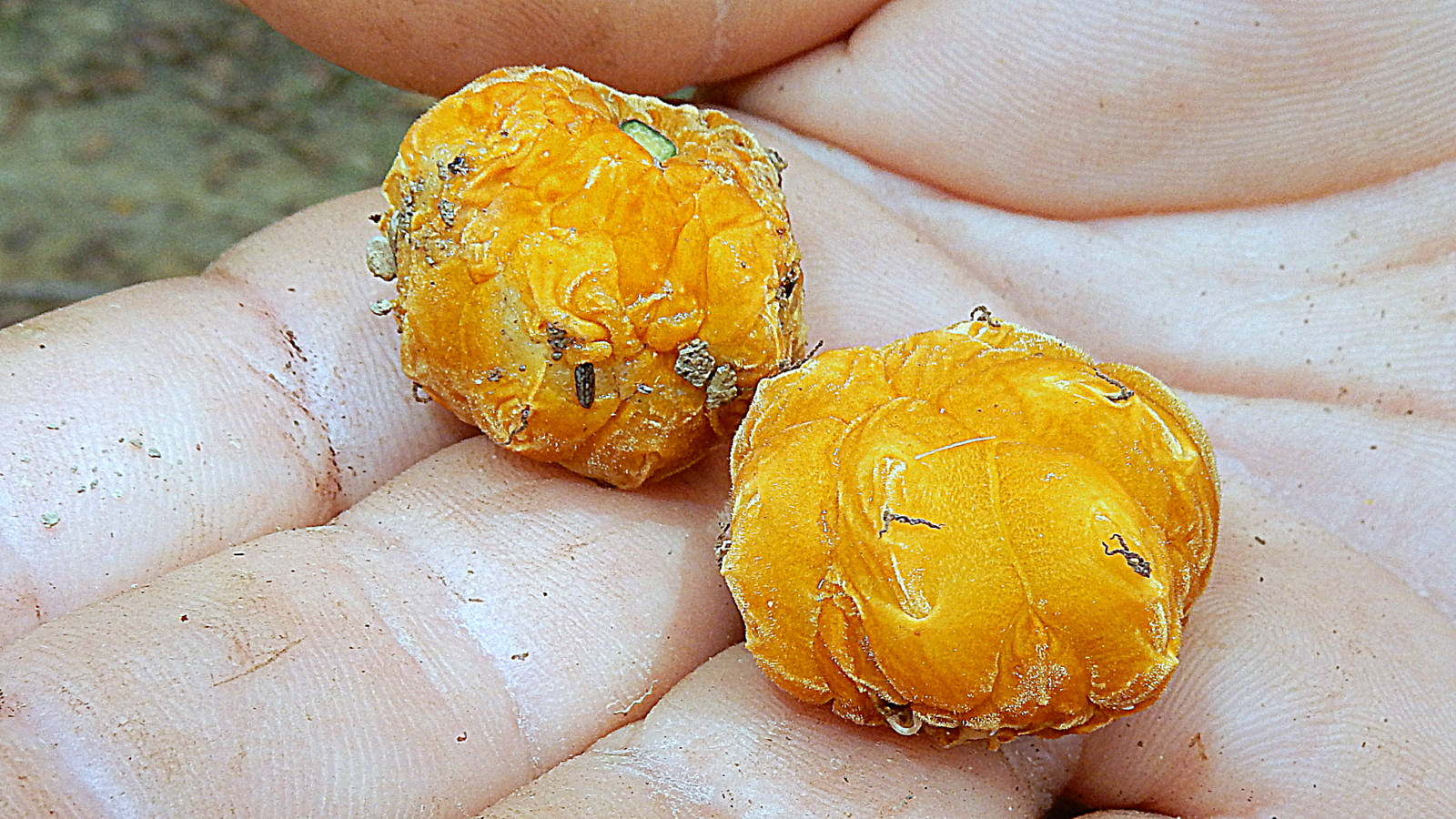
Helicostylis tomentosa
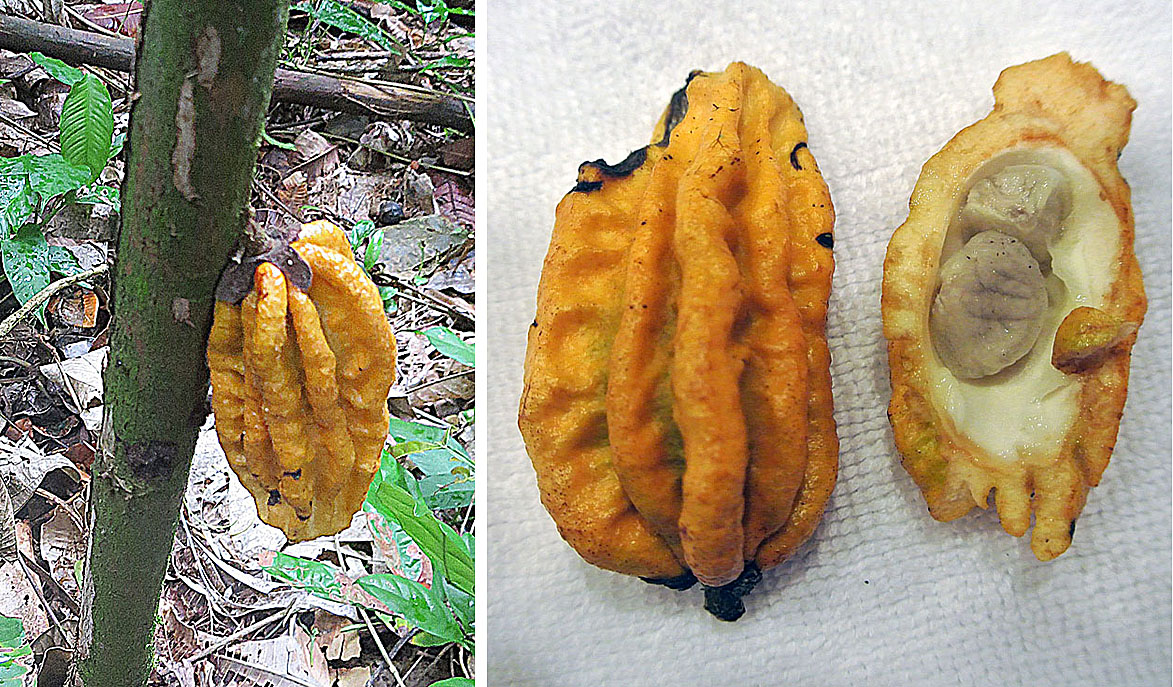
Herrania albiflora, Herrania balaensis, Herrania nycterodendron u. a. (ähnliches Bild)
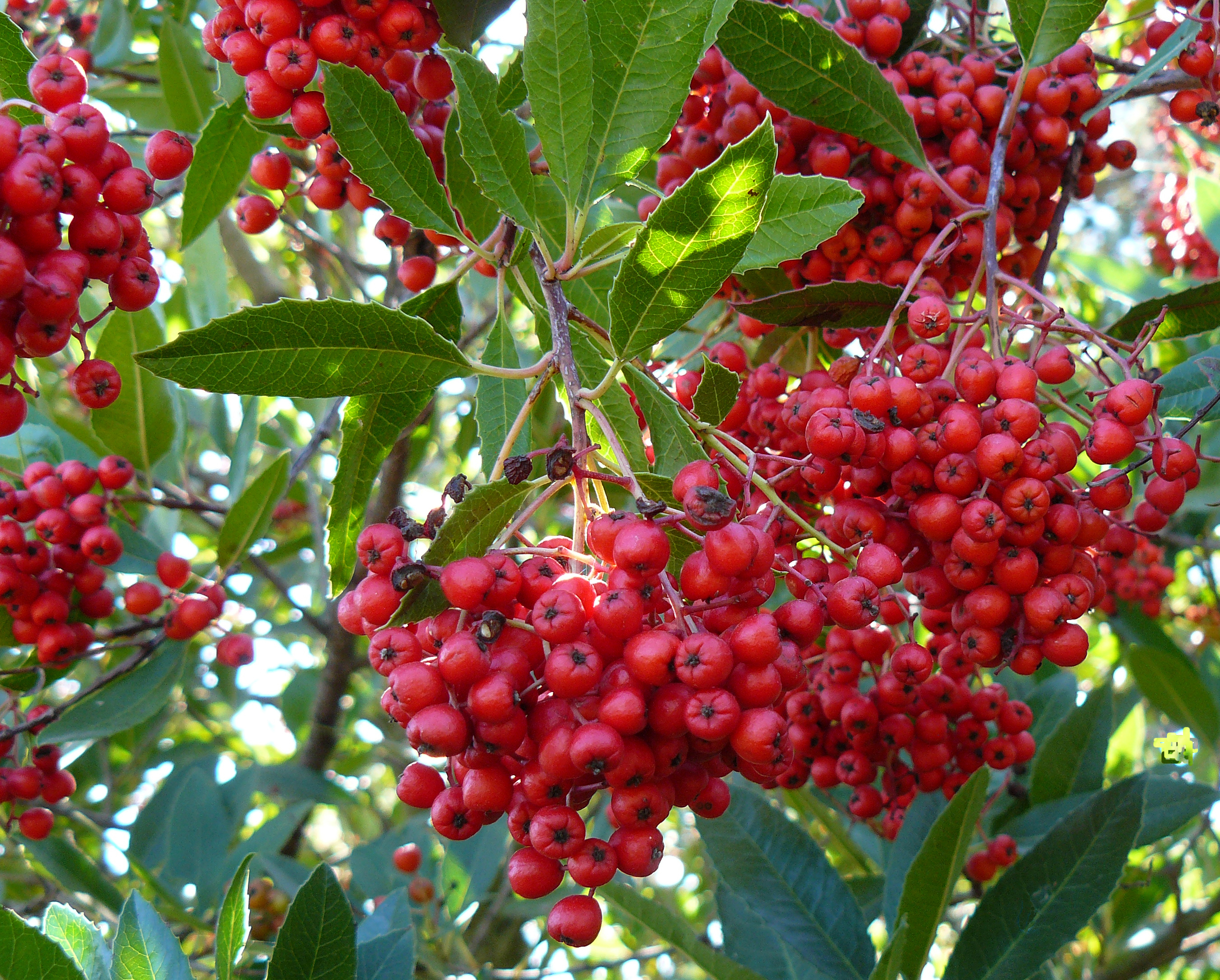
Heteromeles arbutifolia
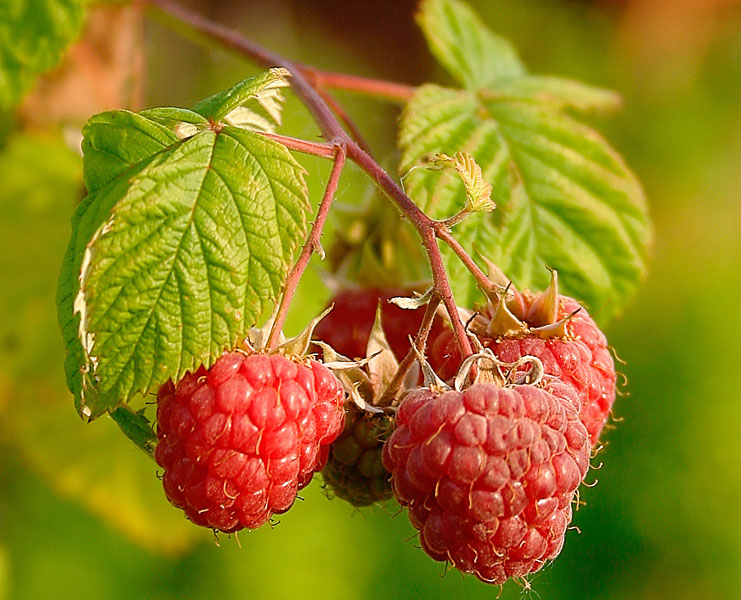
Himbeere
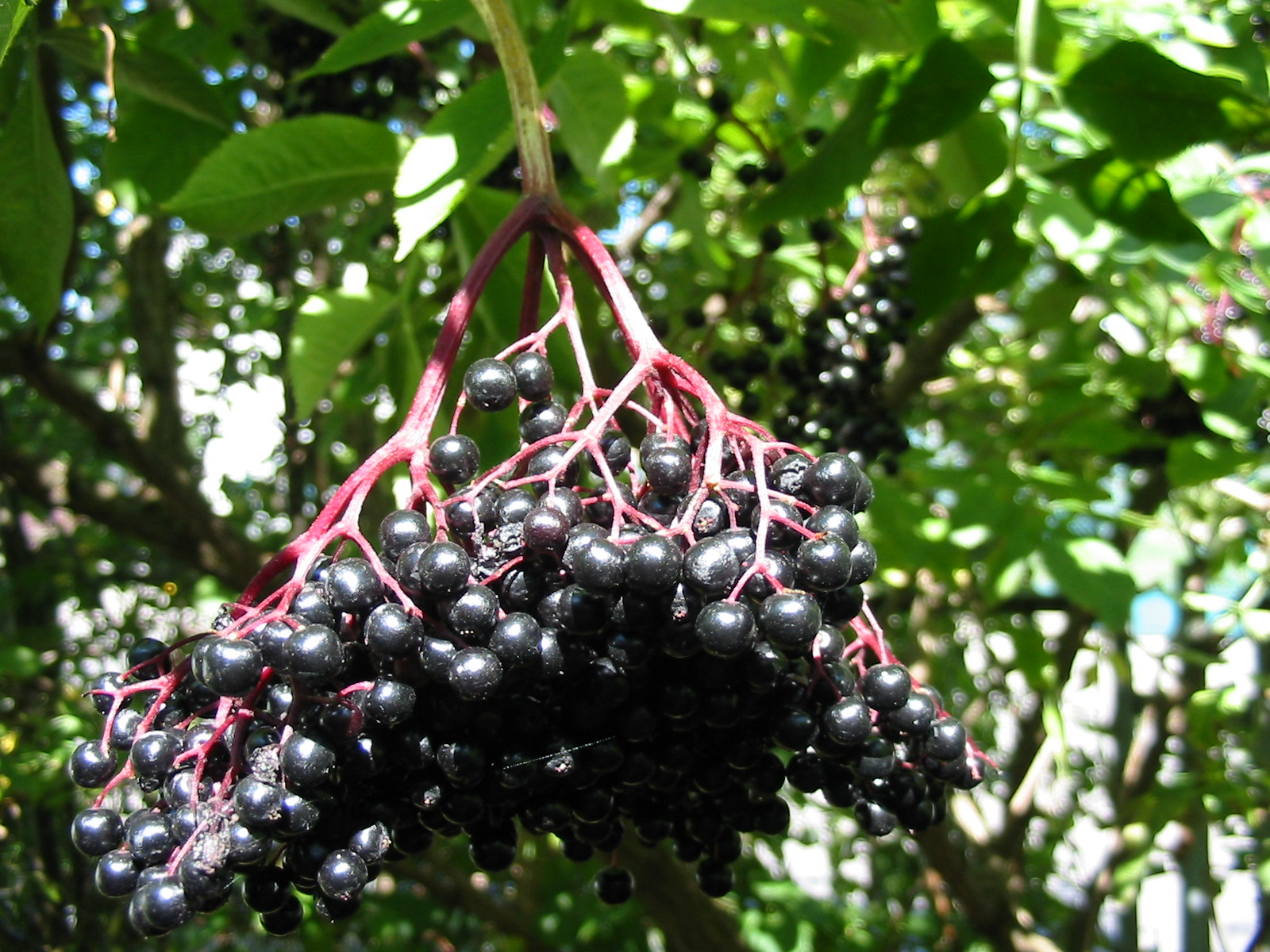
Holunder
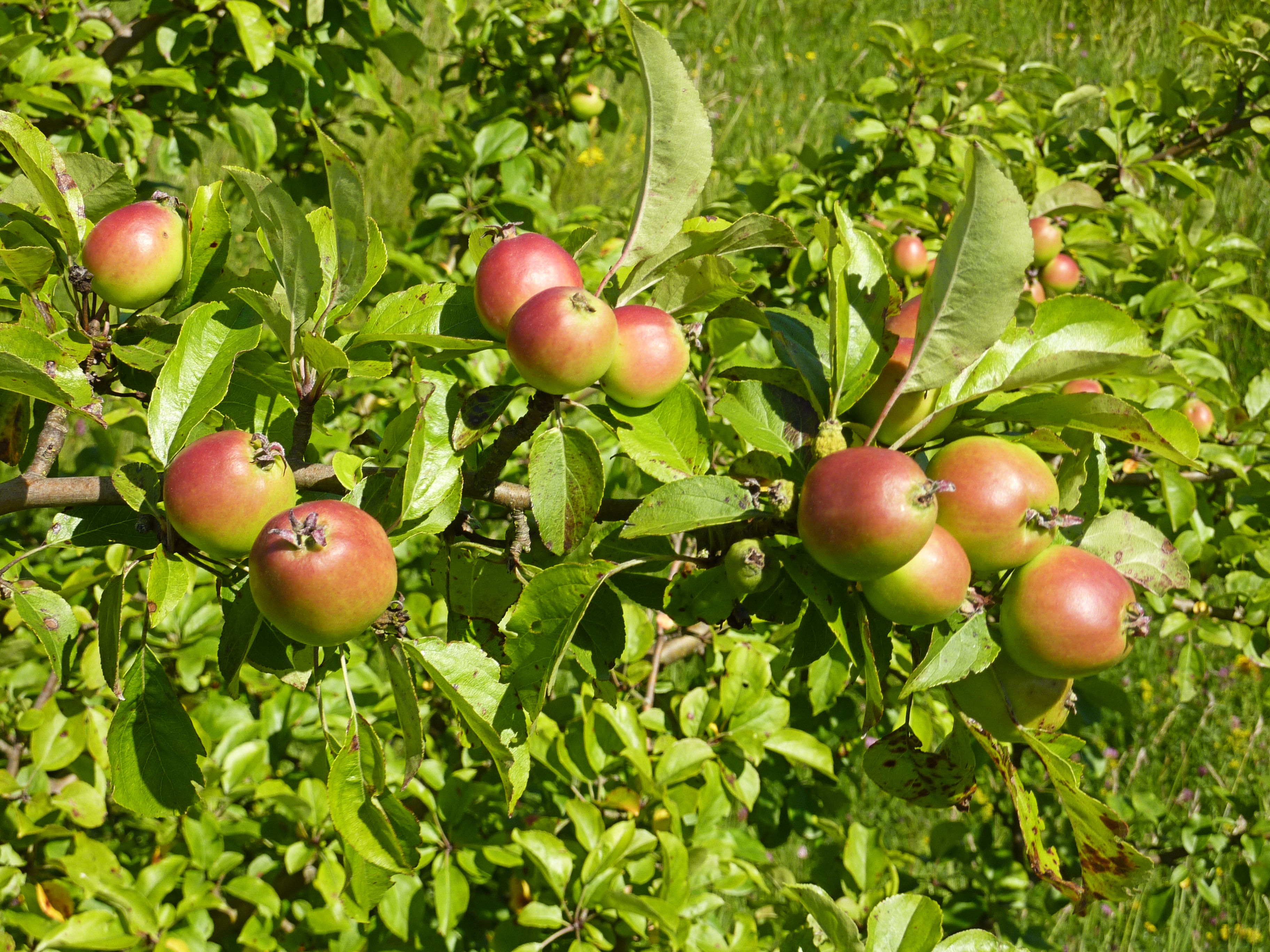
Holzapfel
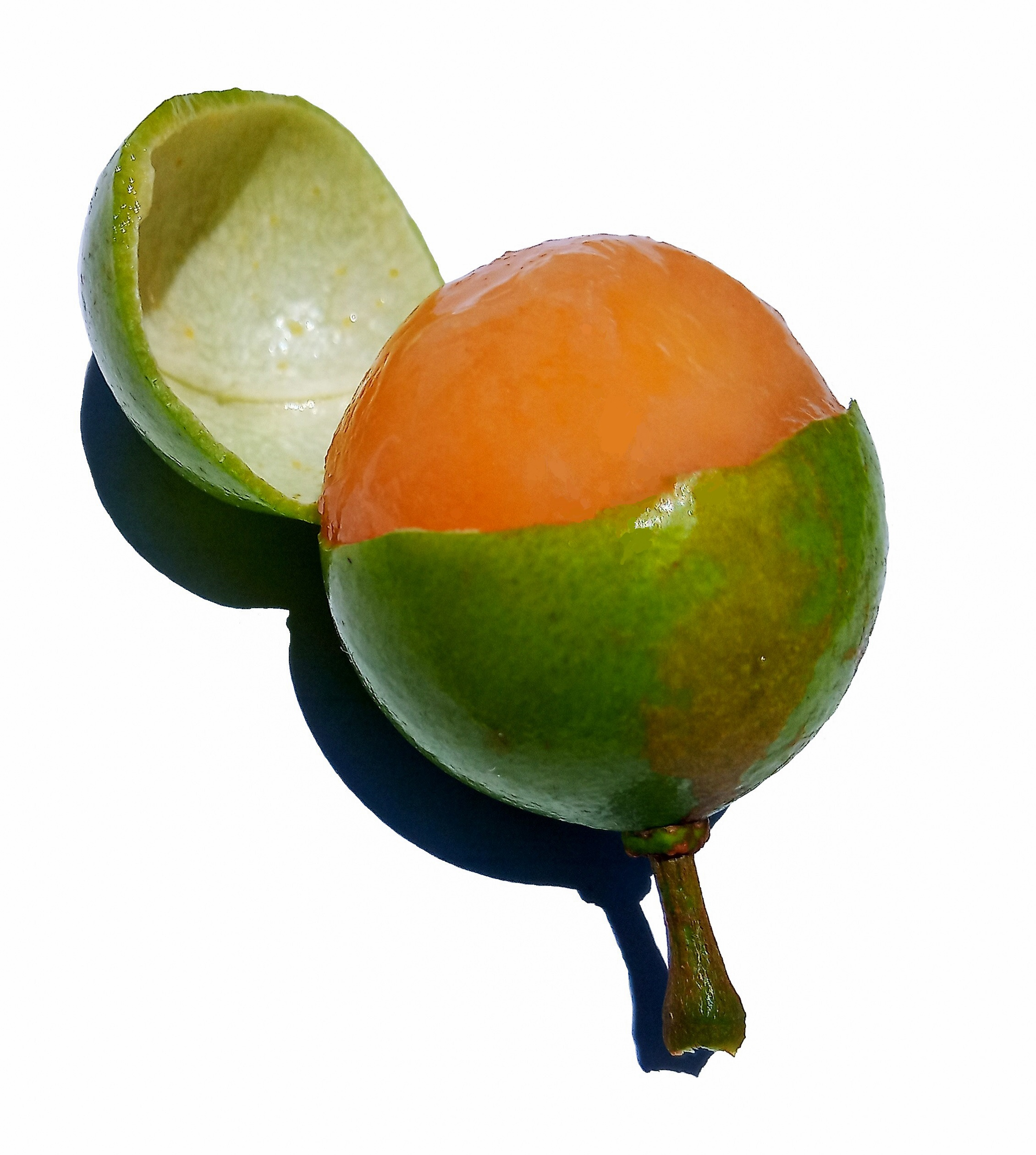
Honigbeere (Guinep, Mamoncillo, Quenepa(e))
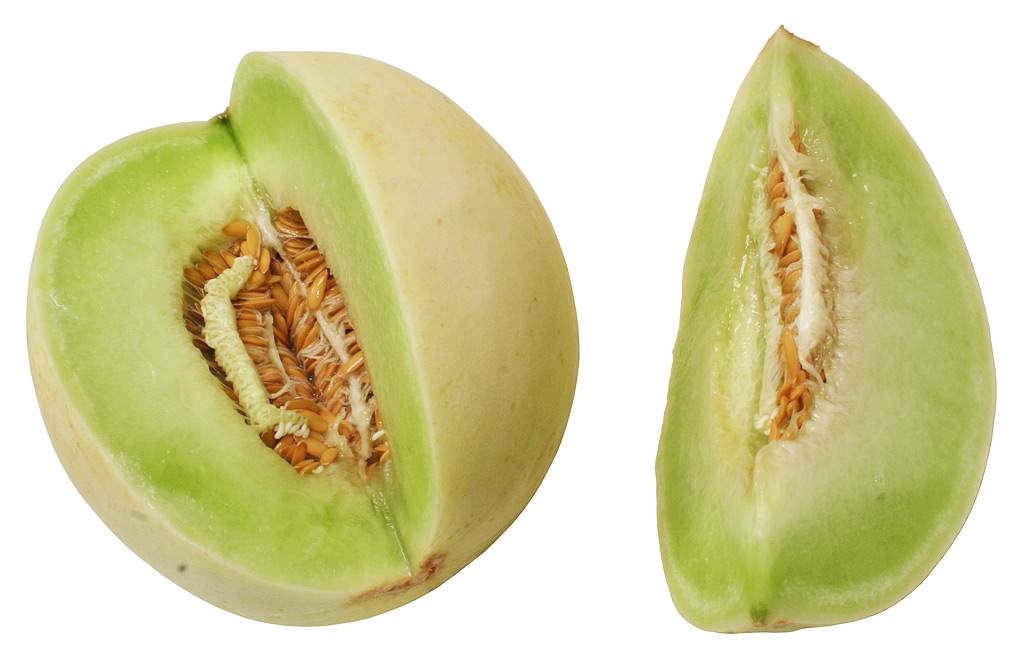
Honigmelone
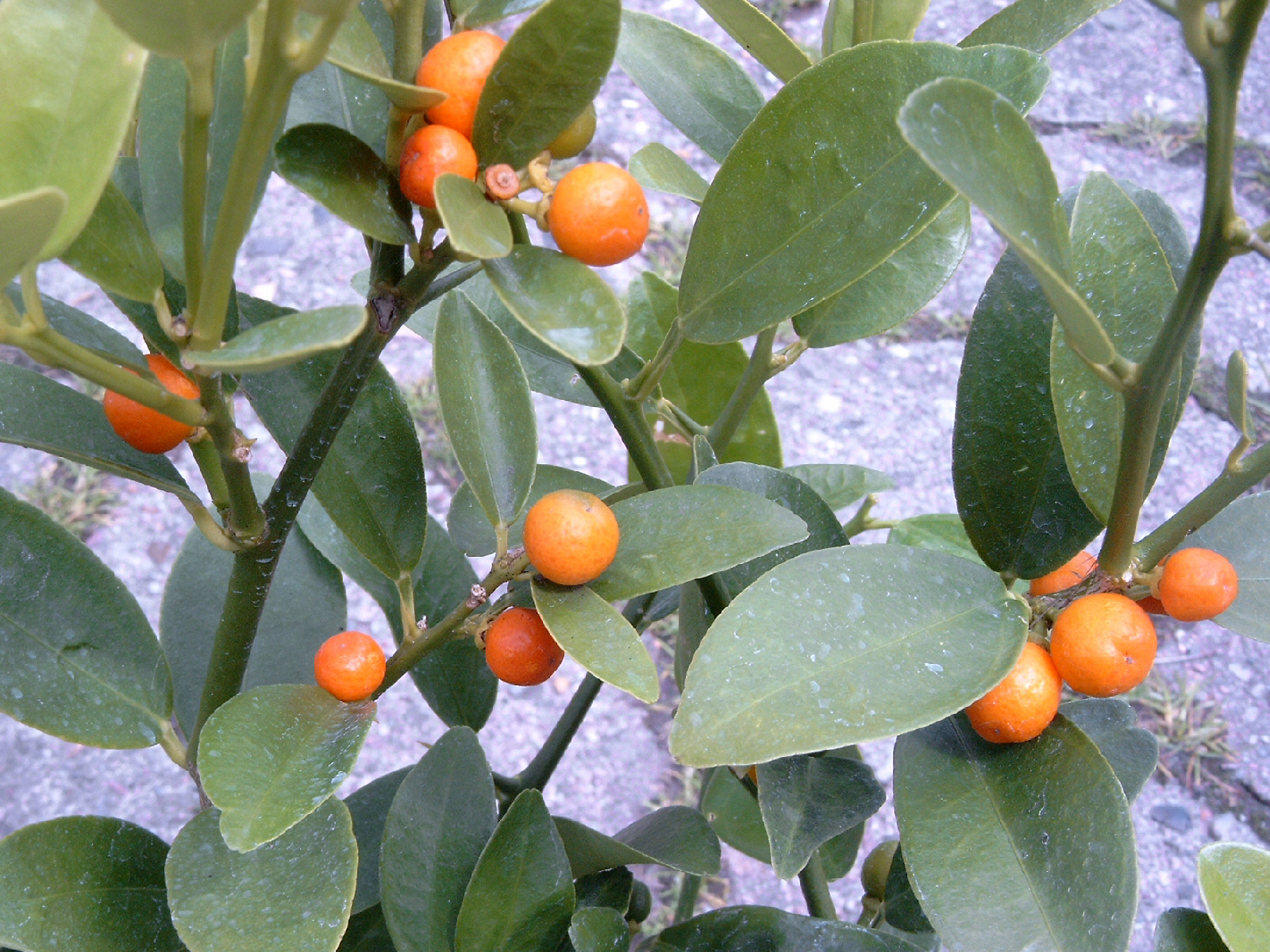
Hongkong-Kumquat
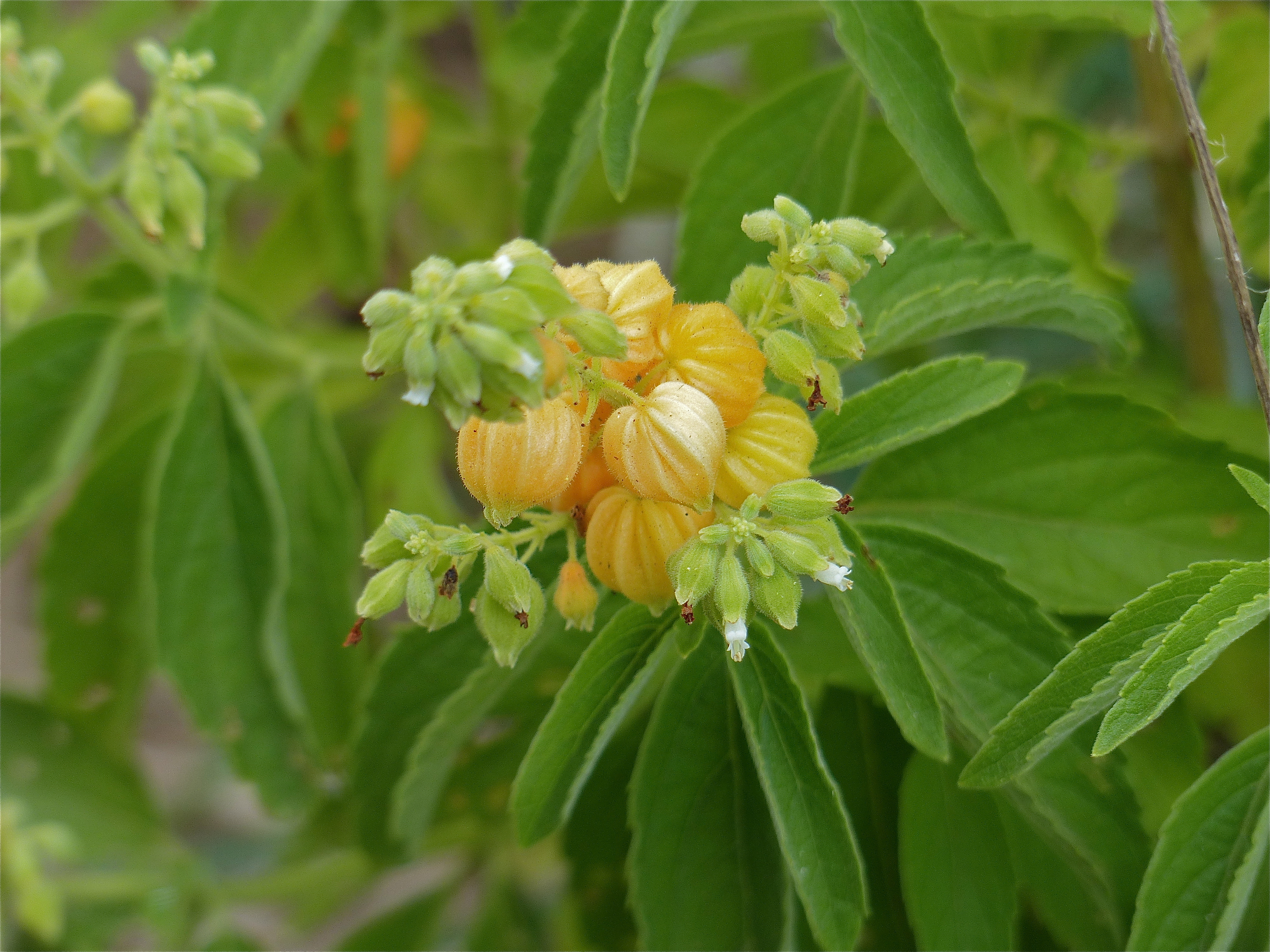
Hoslundia opposita
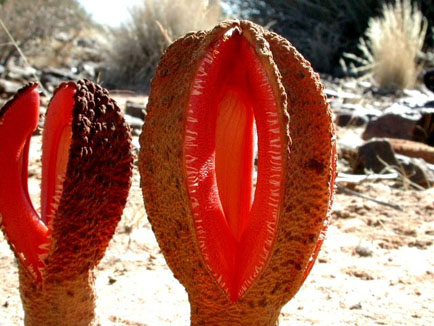
Hydnora africana (unterirdische Frucht nicht im Bild)
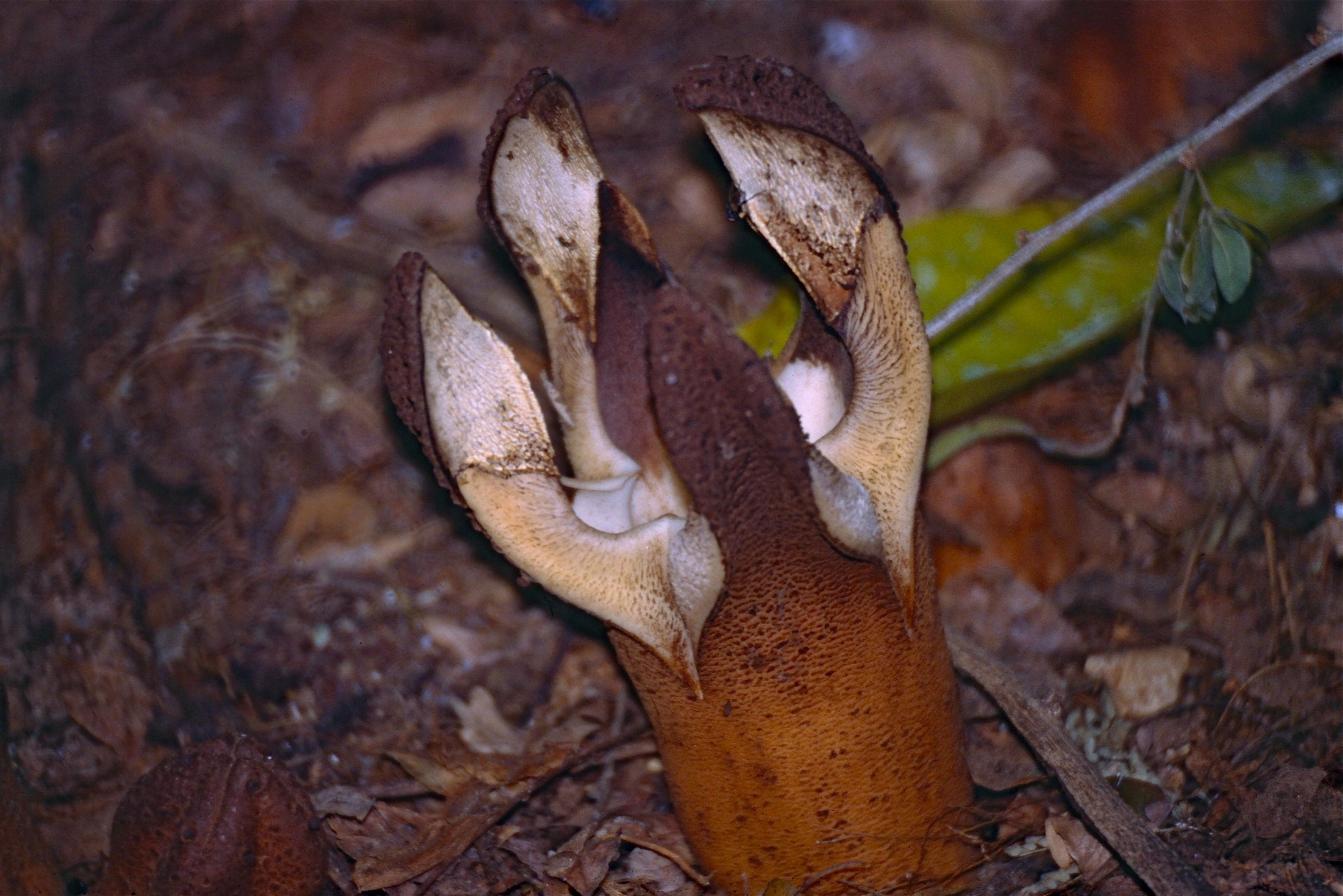
Hydnora esculenta (unterirdische Frucht nicht im Bild)
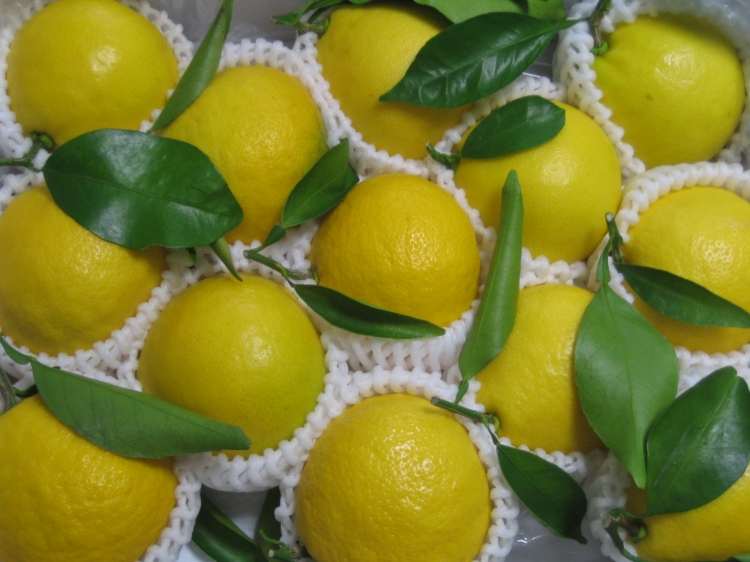
Hyūganatsu
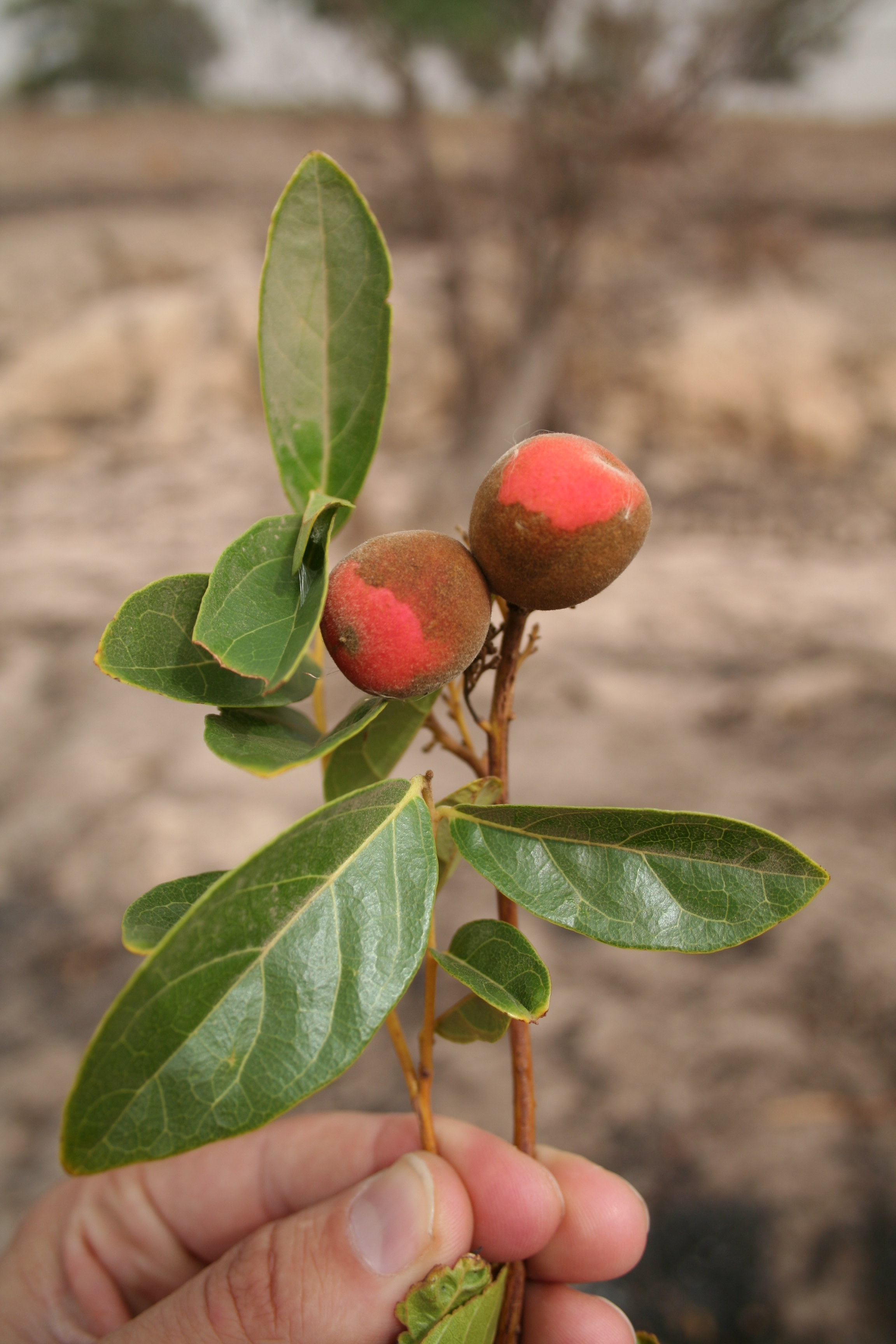
Icacina oliviformis
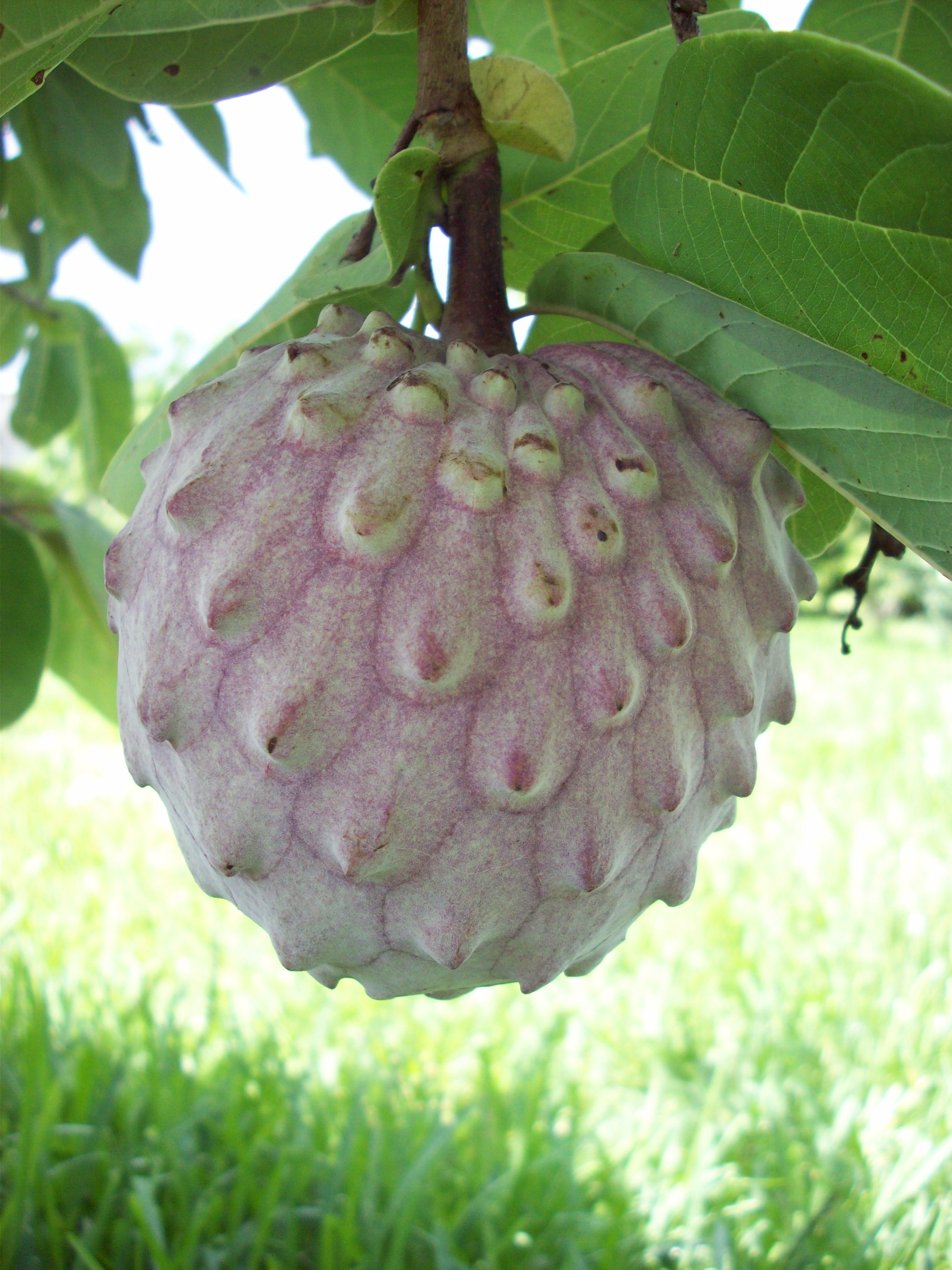
Ilama
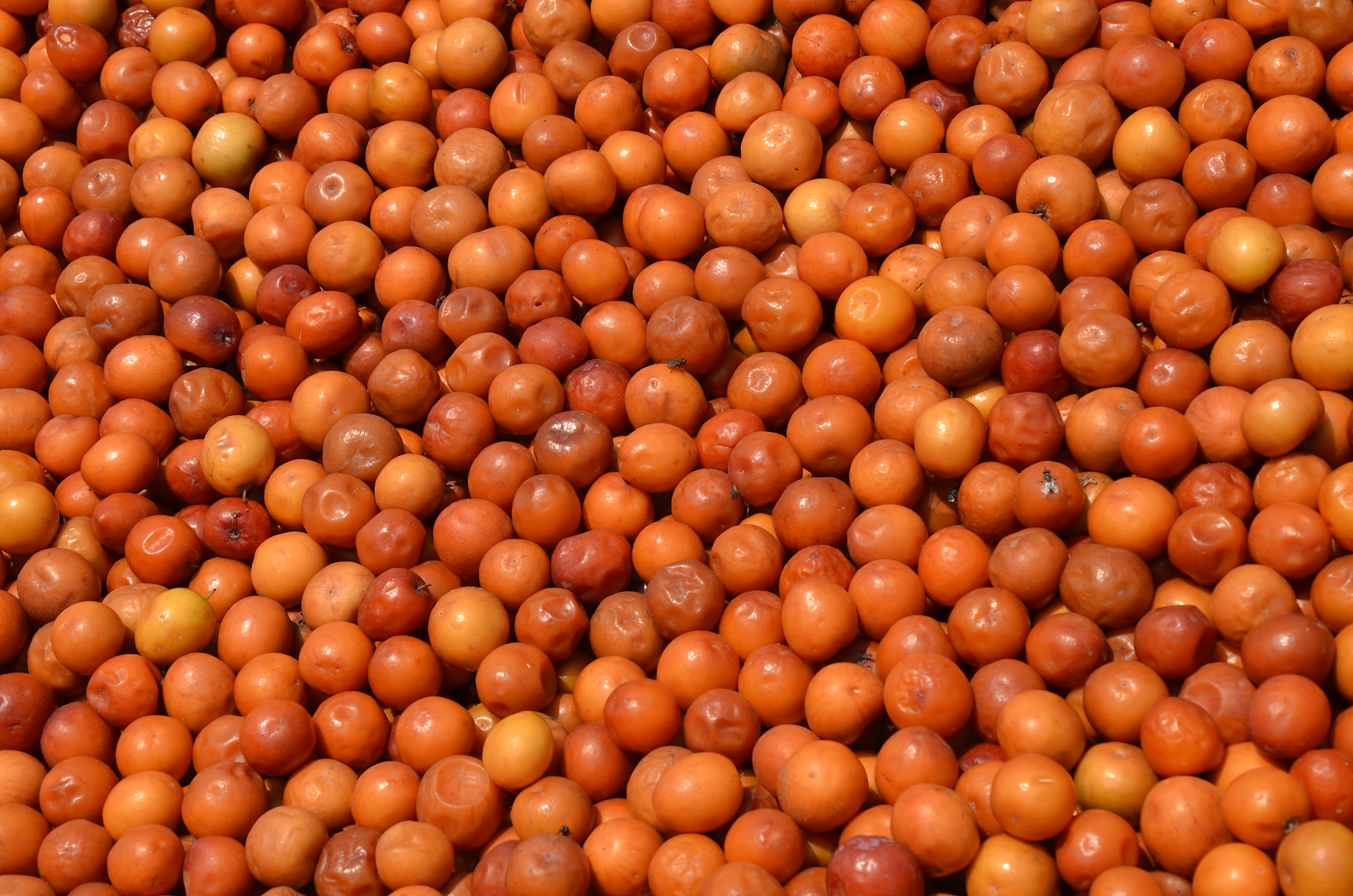
Indische Jujube
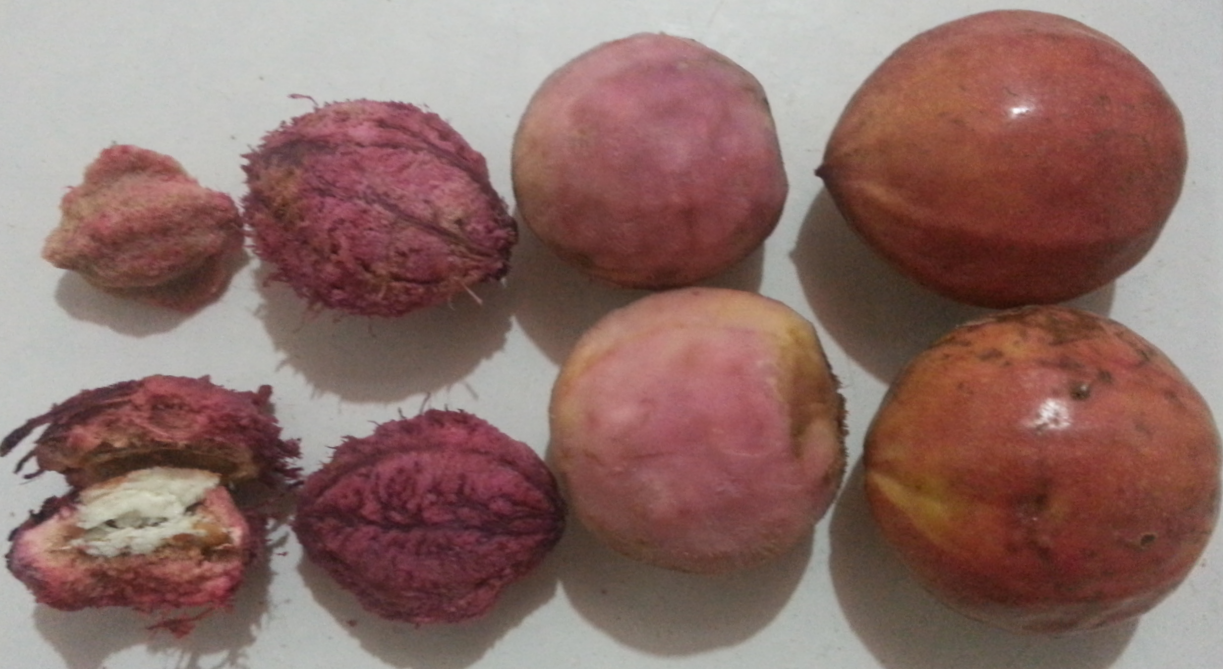
Indische Mandel
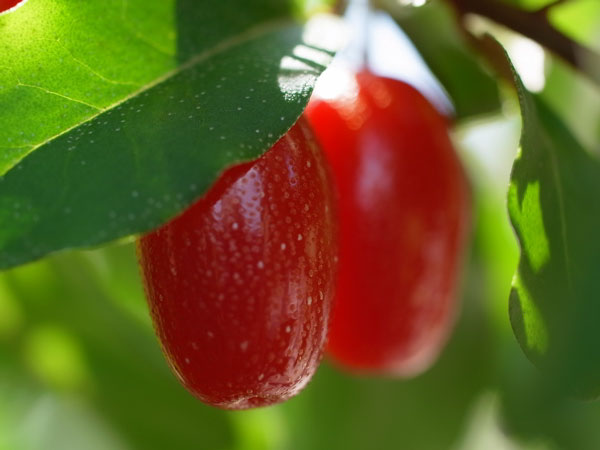
Indische Oliven (Soh-Shang) (gelb-orange ist Elaeagnus conferta, rot ist Elaeagnus latifolia und Elaeagnus triflora) (ähnliches Bild)
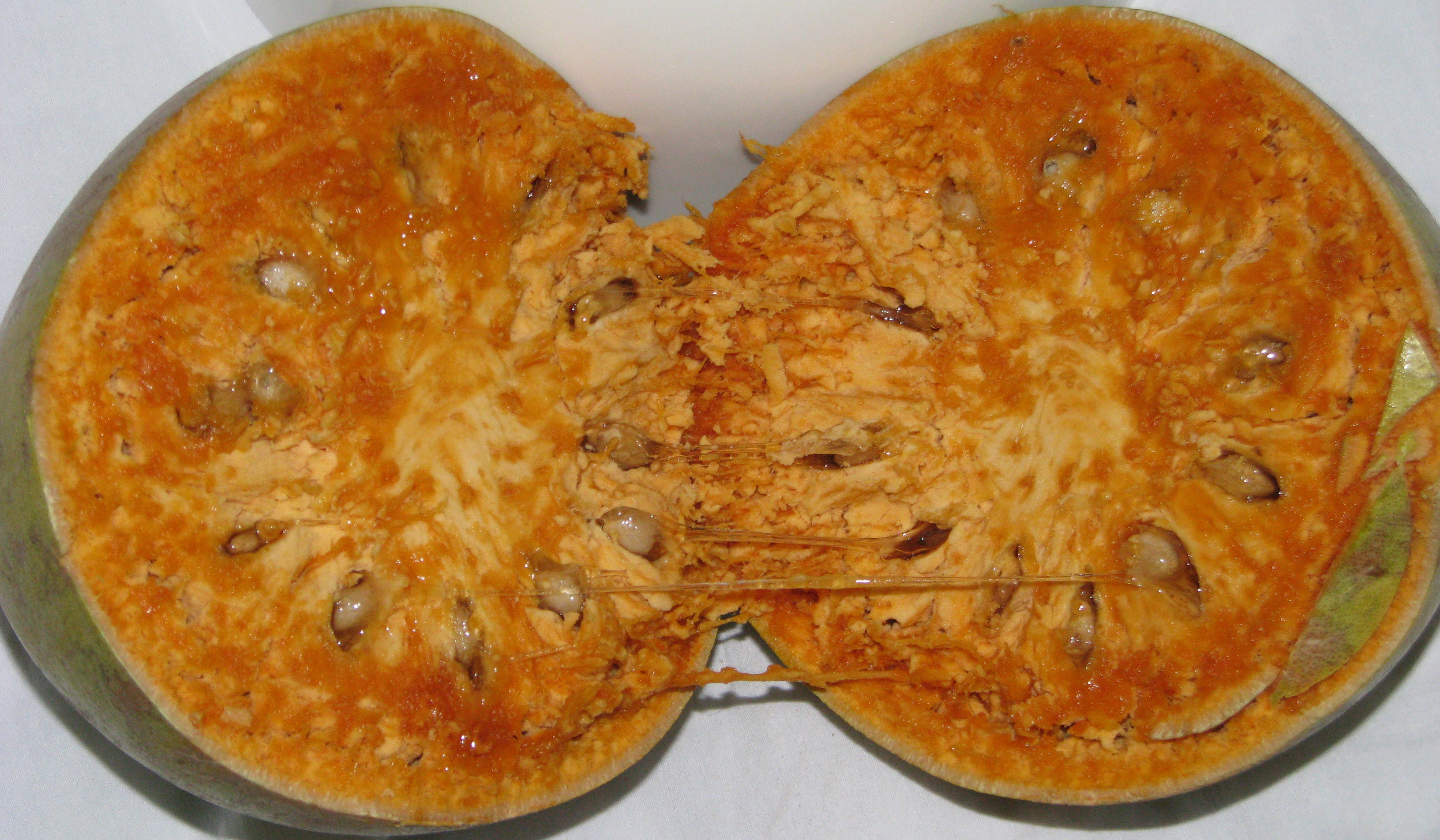
Indischer Holzapfel
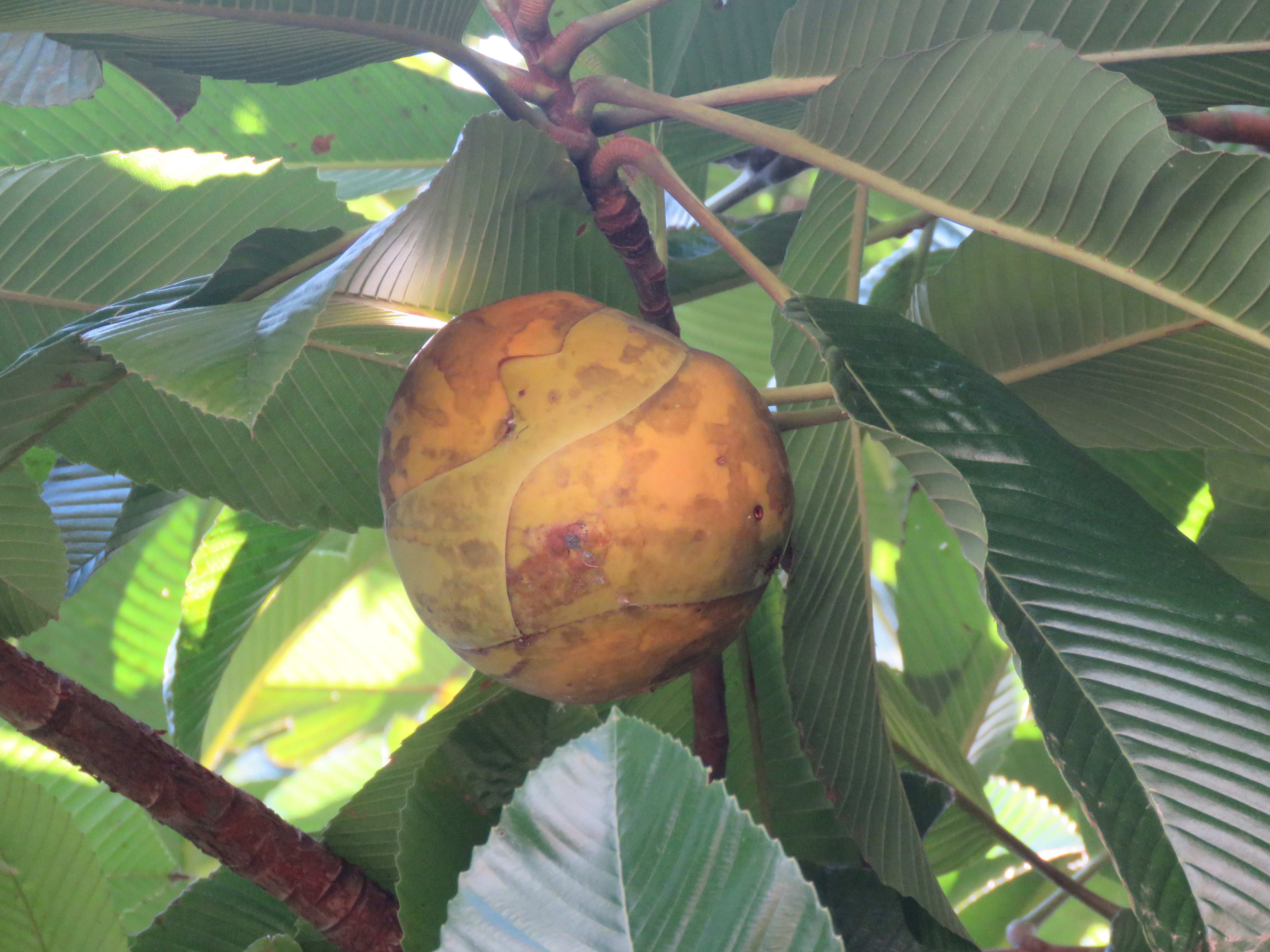
Indischer Rosenapfel
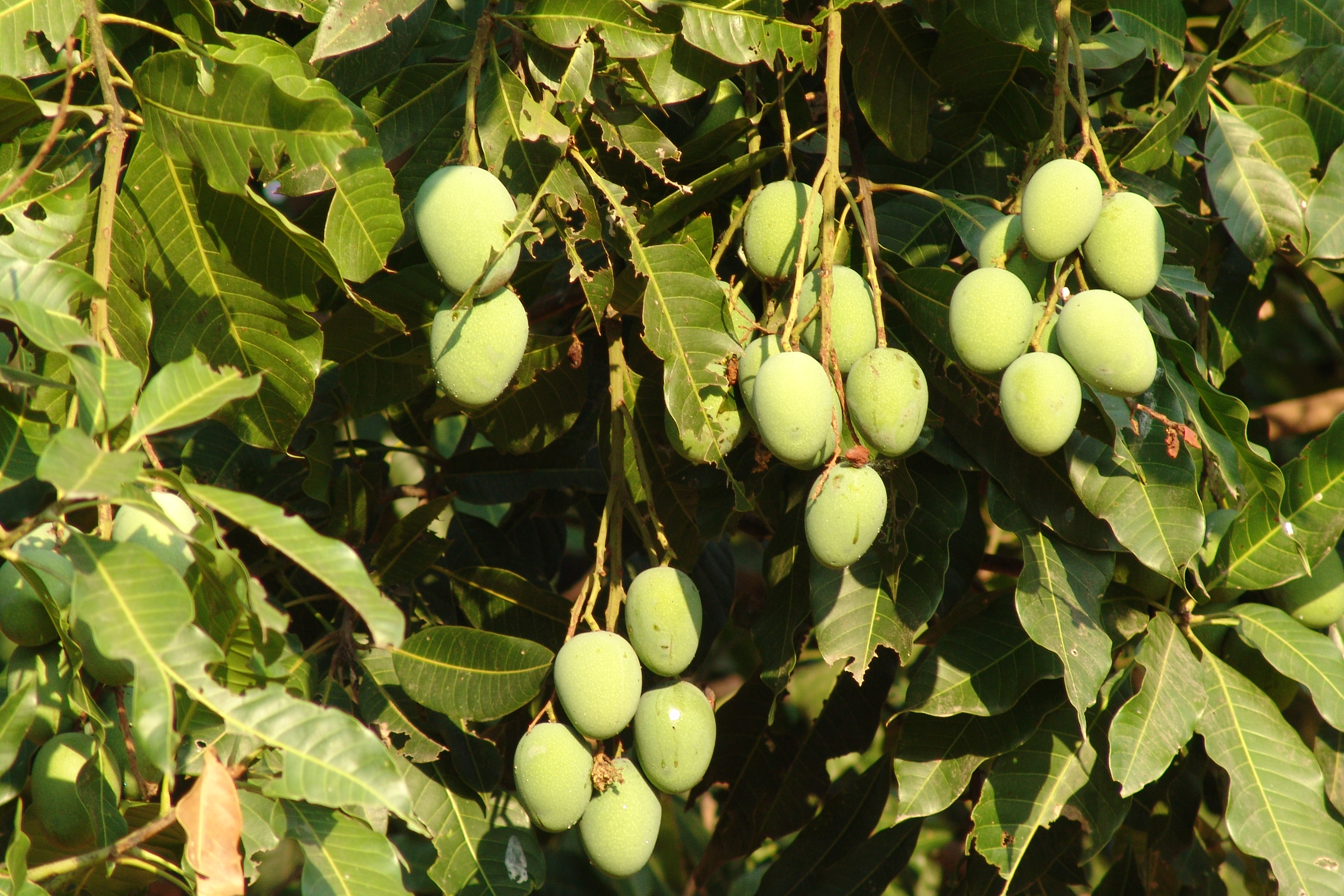
Irvingia gabonensis (Afrikanische Mango) (auch Irvingia malayana)
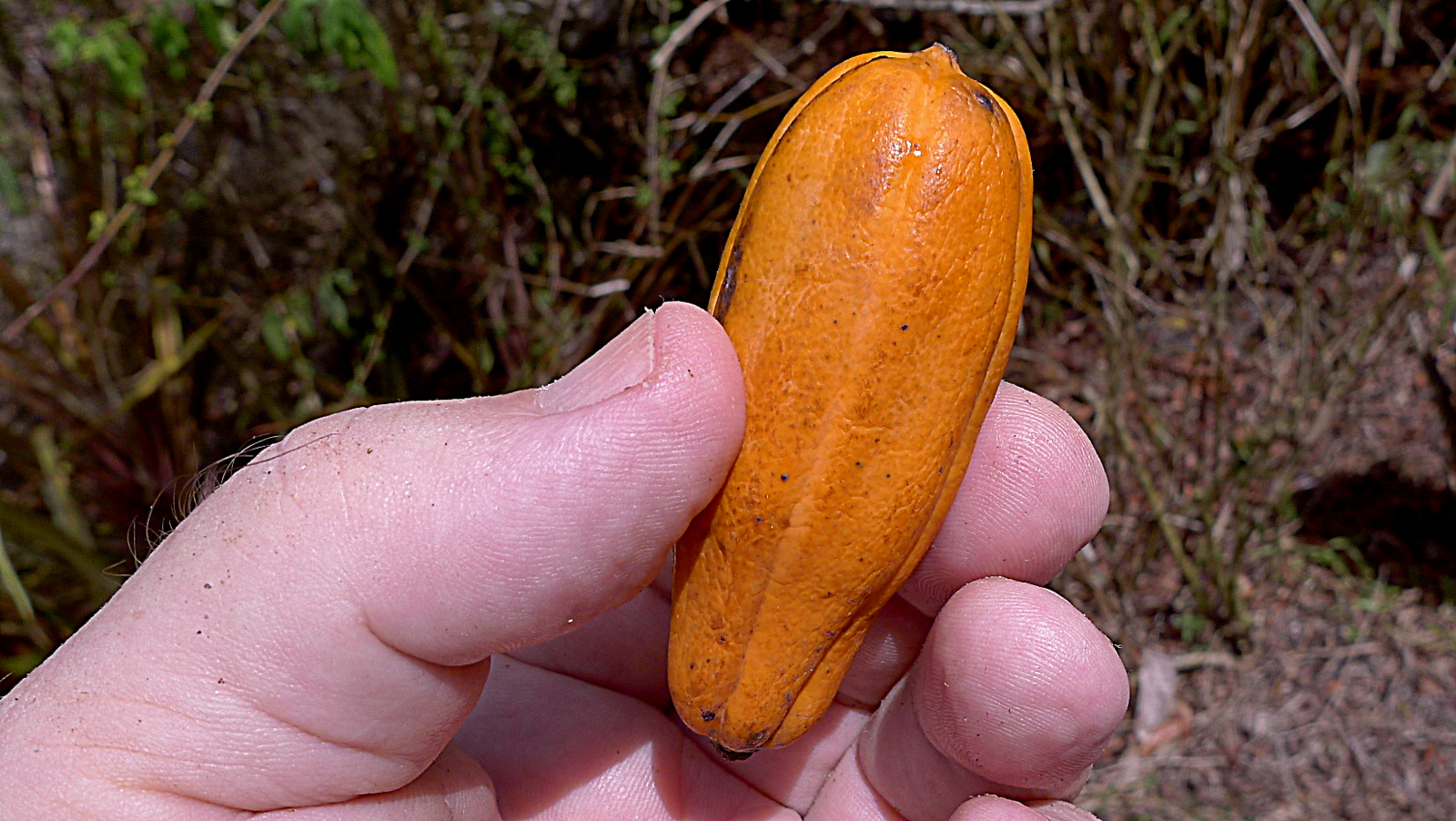
Jacaratia
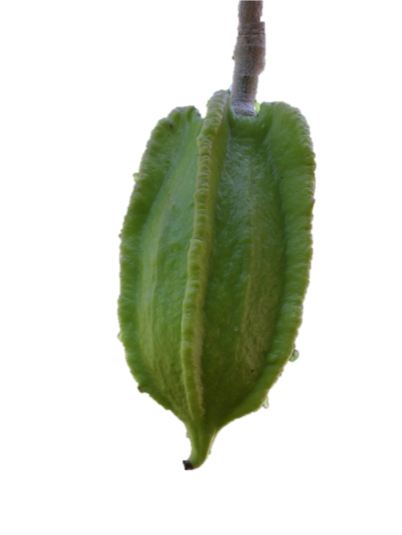
Jacaratia mexicana (Cuaguayote, Bonete)
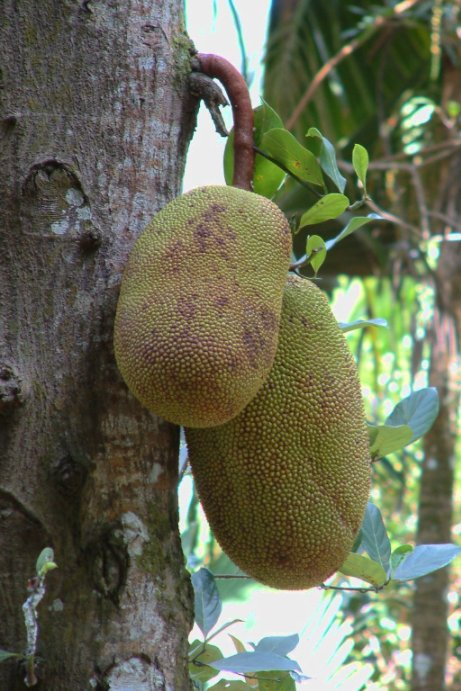
Jackfrucht
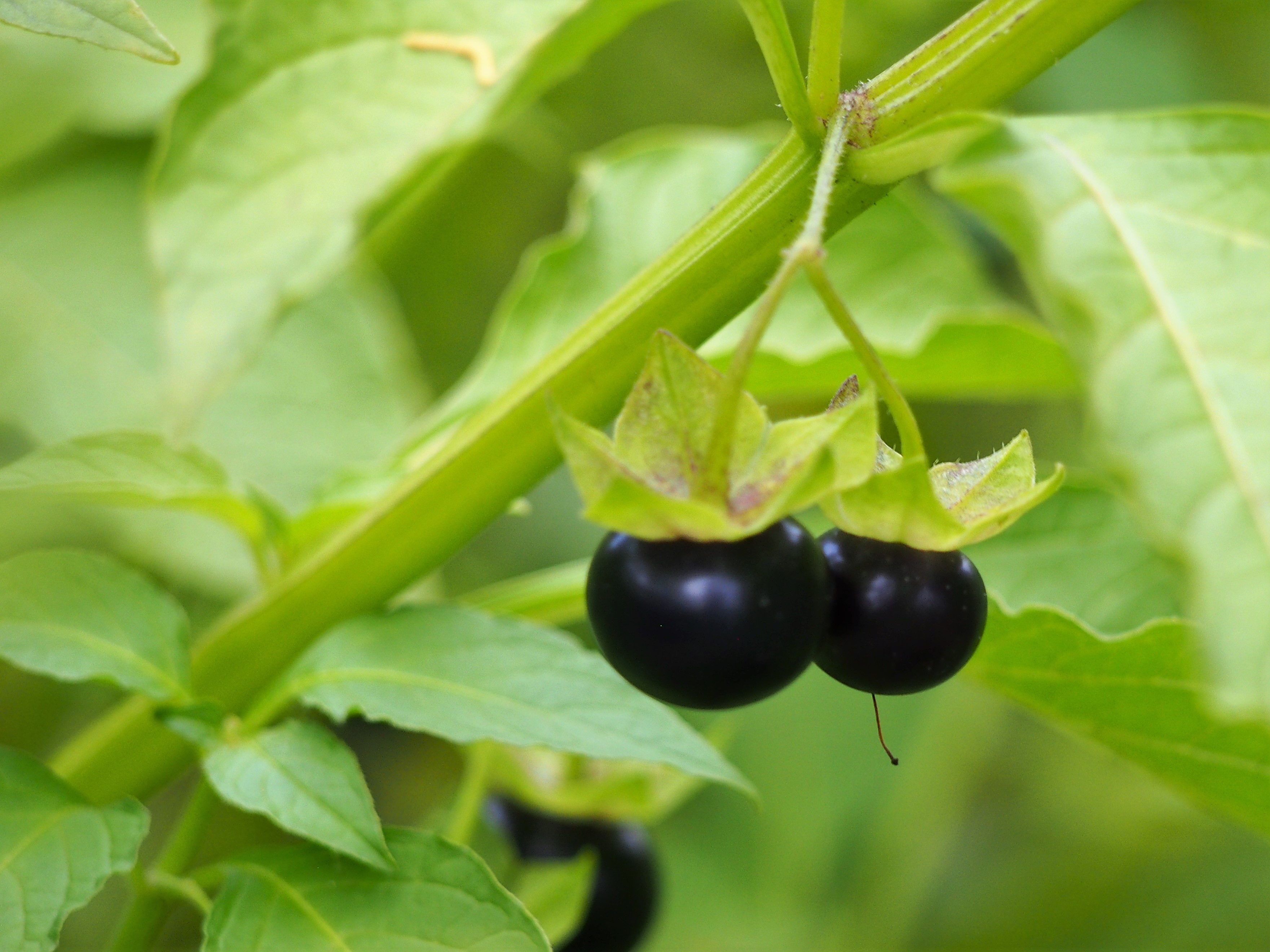
Jaltomaten (versch. Jaltomata-Arten in versch. Farben; Gelb bis Rot oder Schwarz)
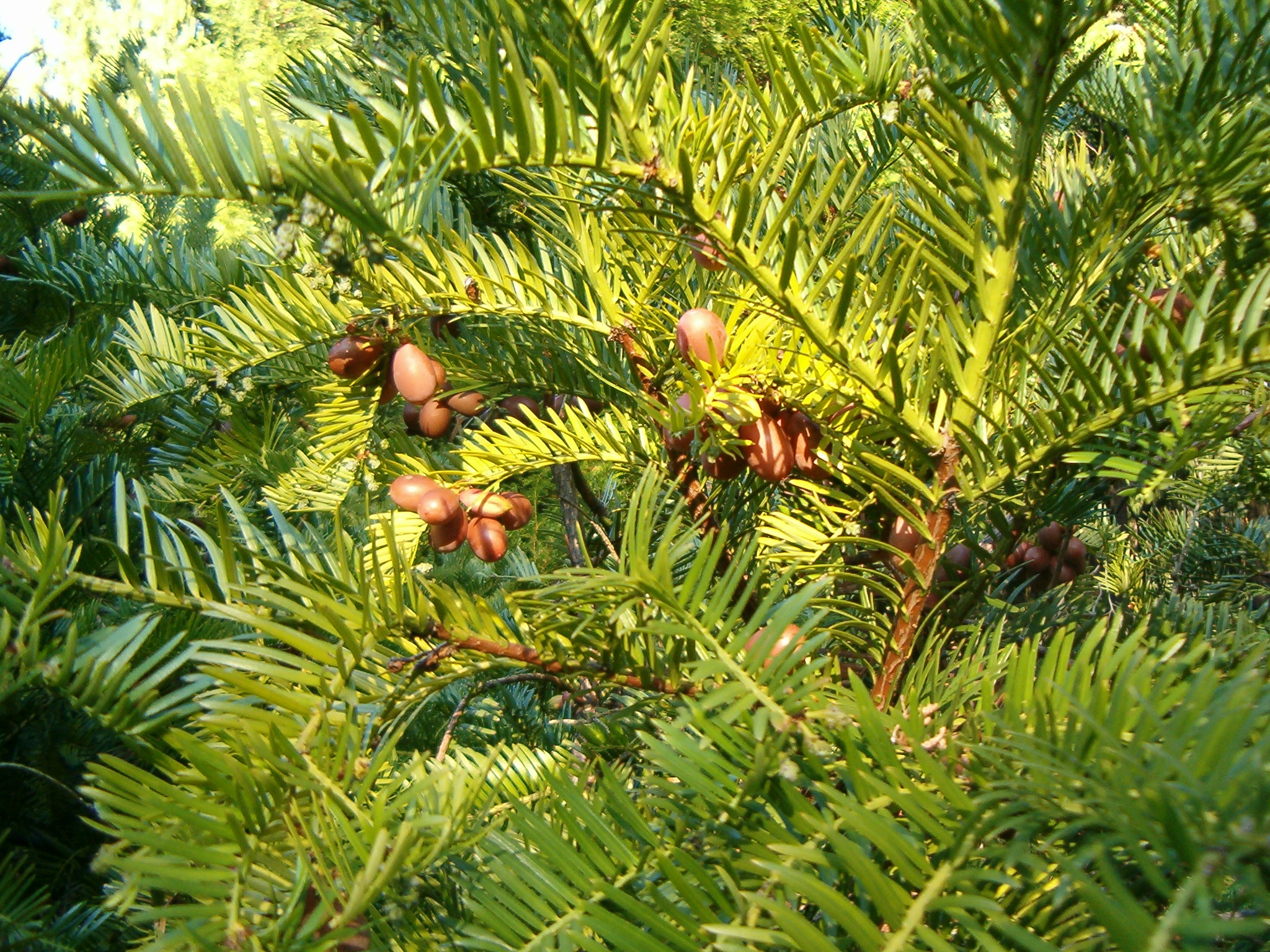
Japanische Kopfeibe (Keine Frucht; nur der Arillus)
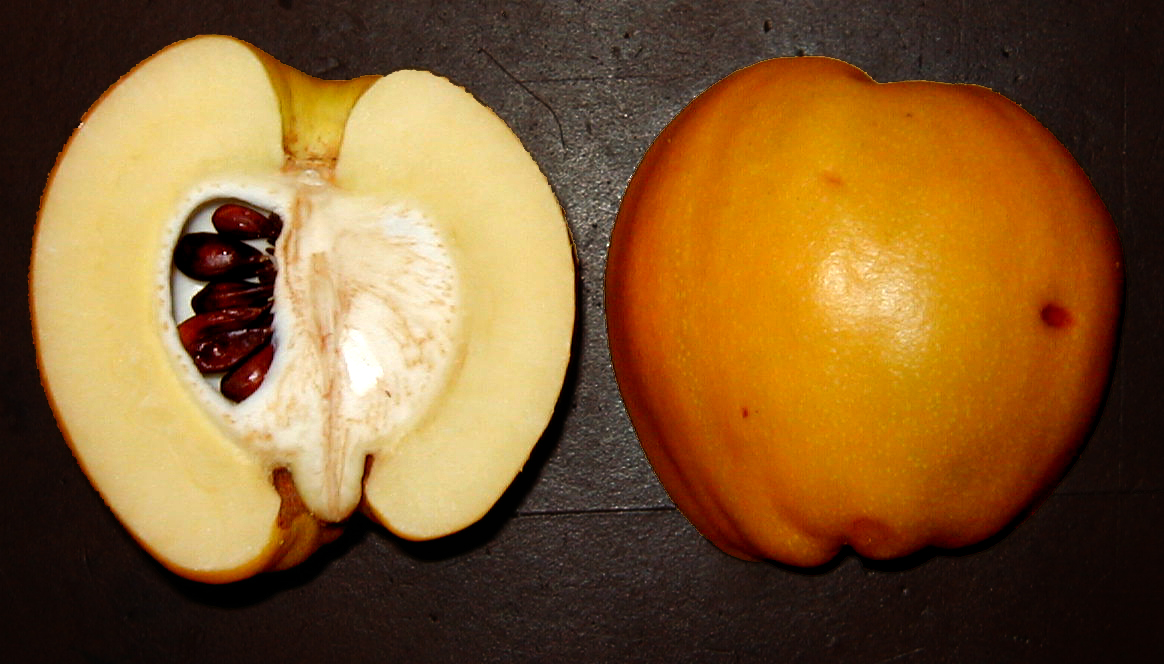
Japanische Quitte
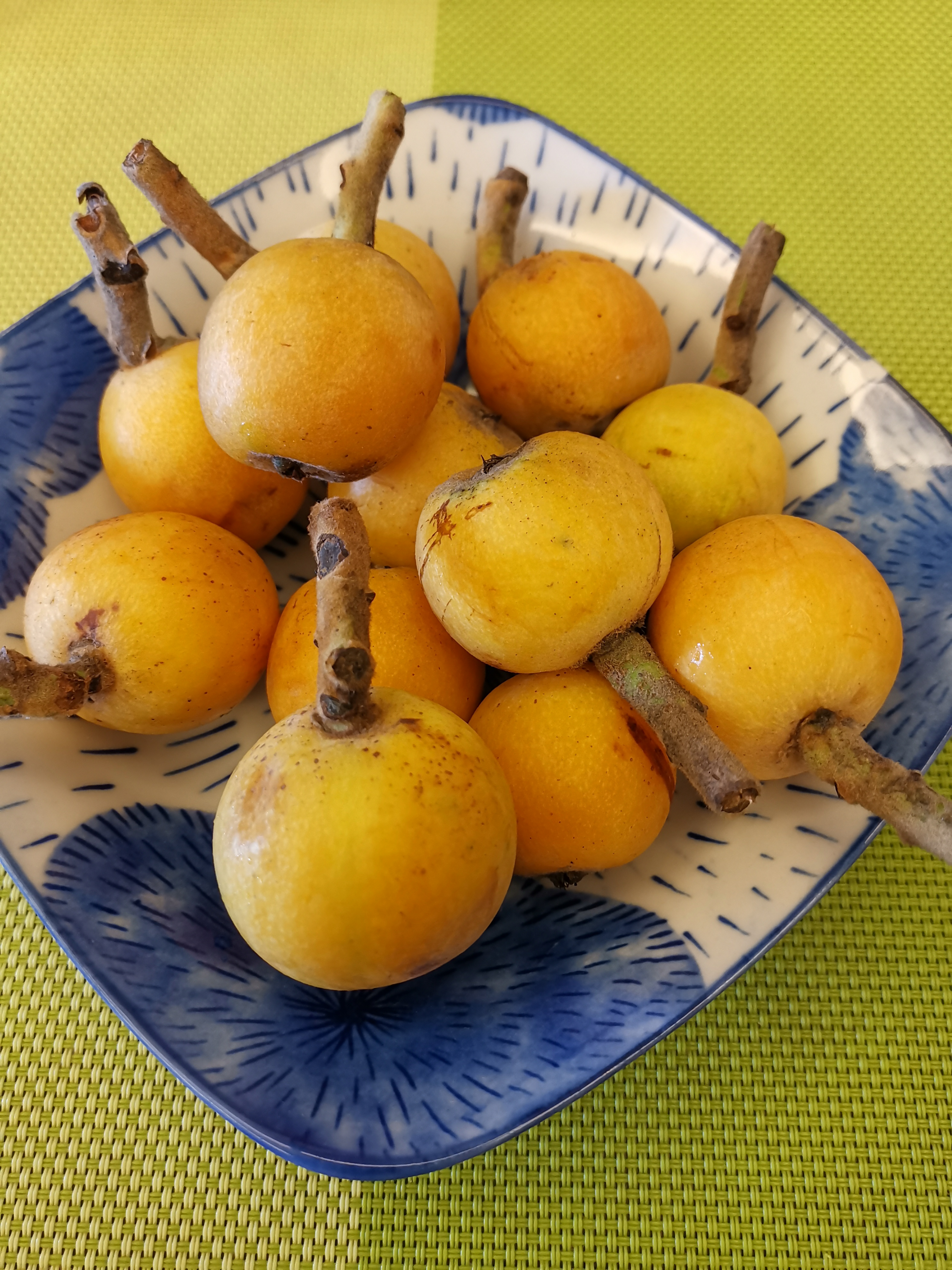
Japanische Wollmispel (Loquat, Nespoli)
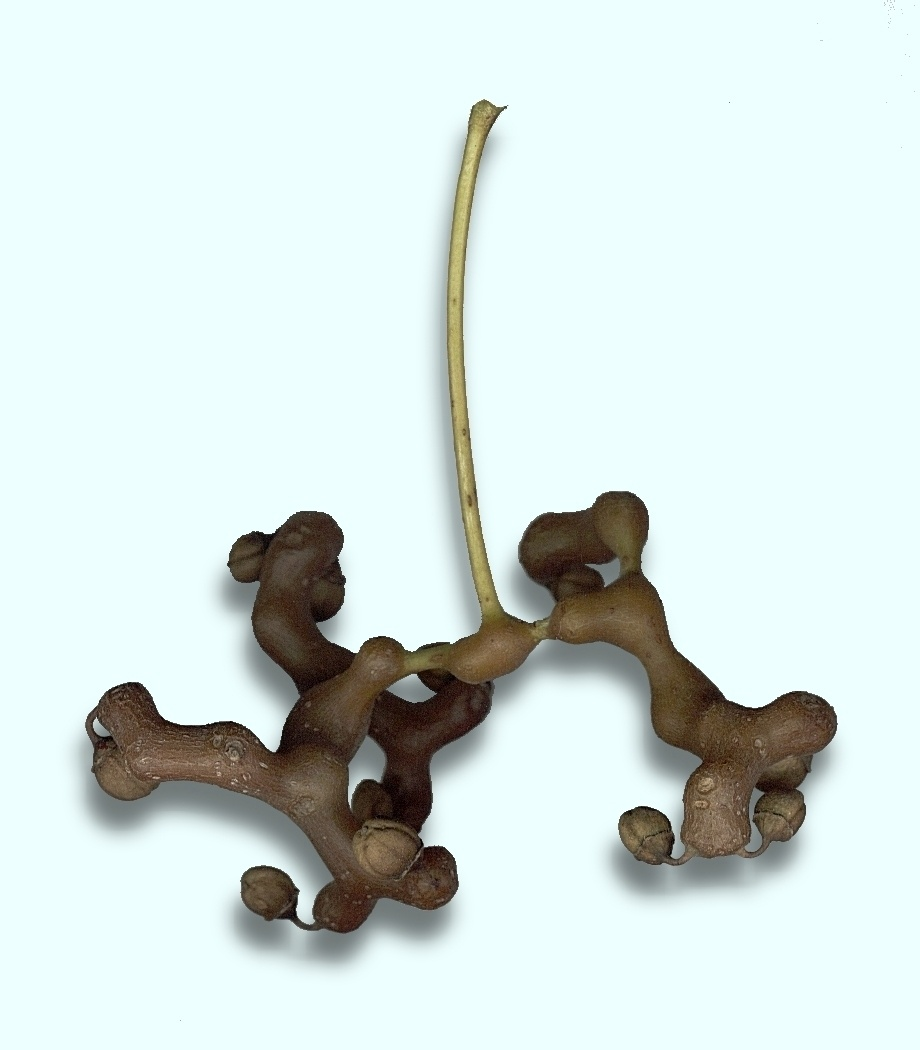
Japanische Rosine
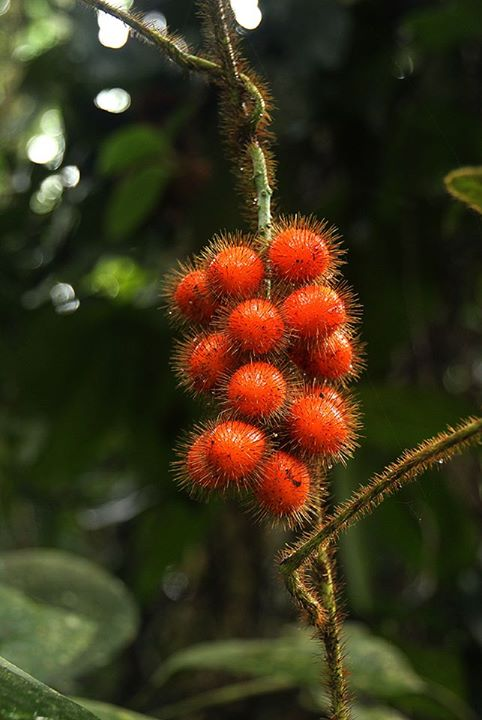
Jateorhiza macrantha
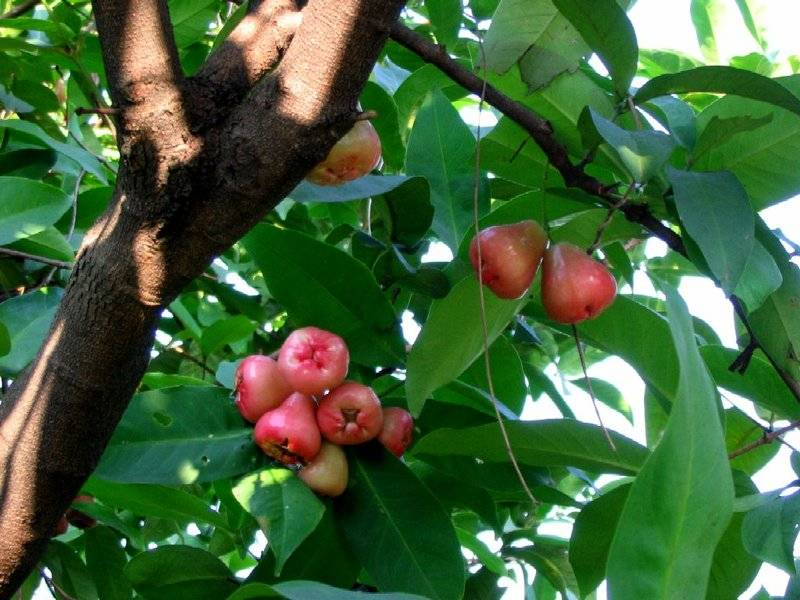
Javaapfel
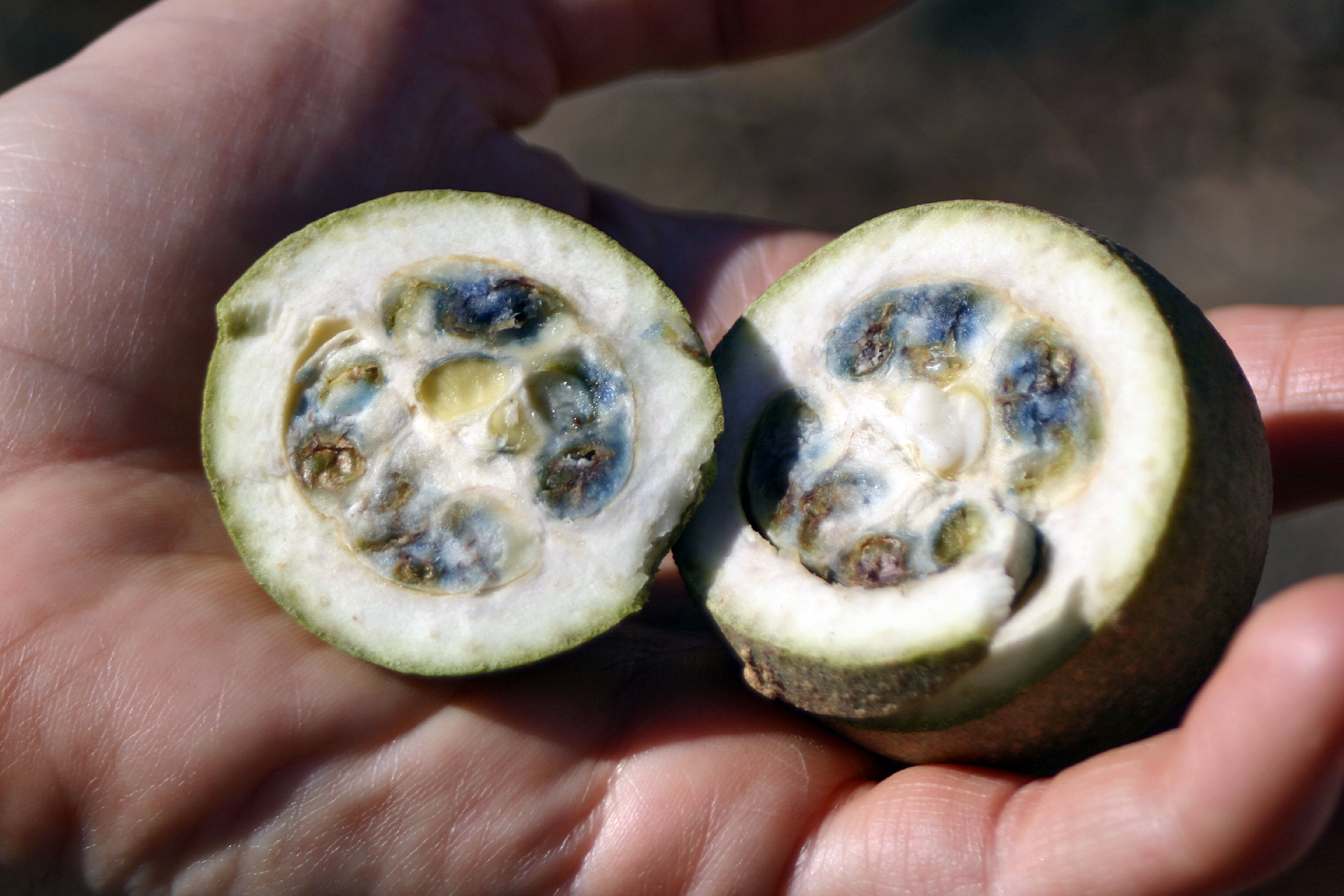
Jenipapo
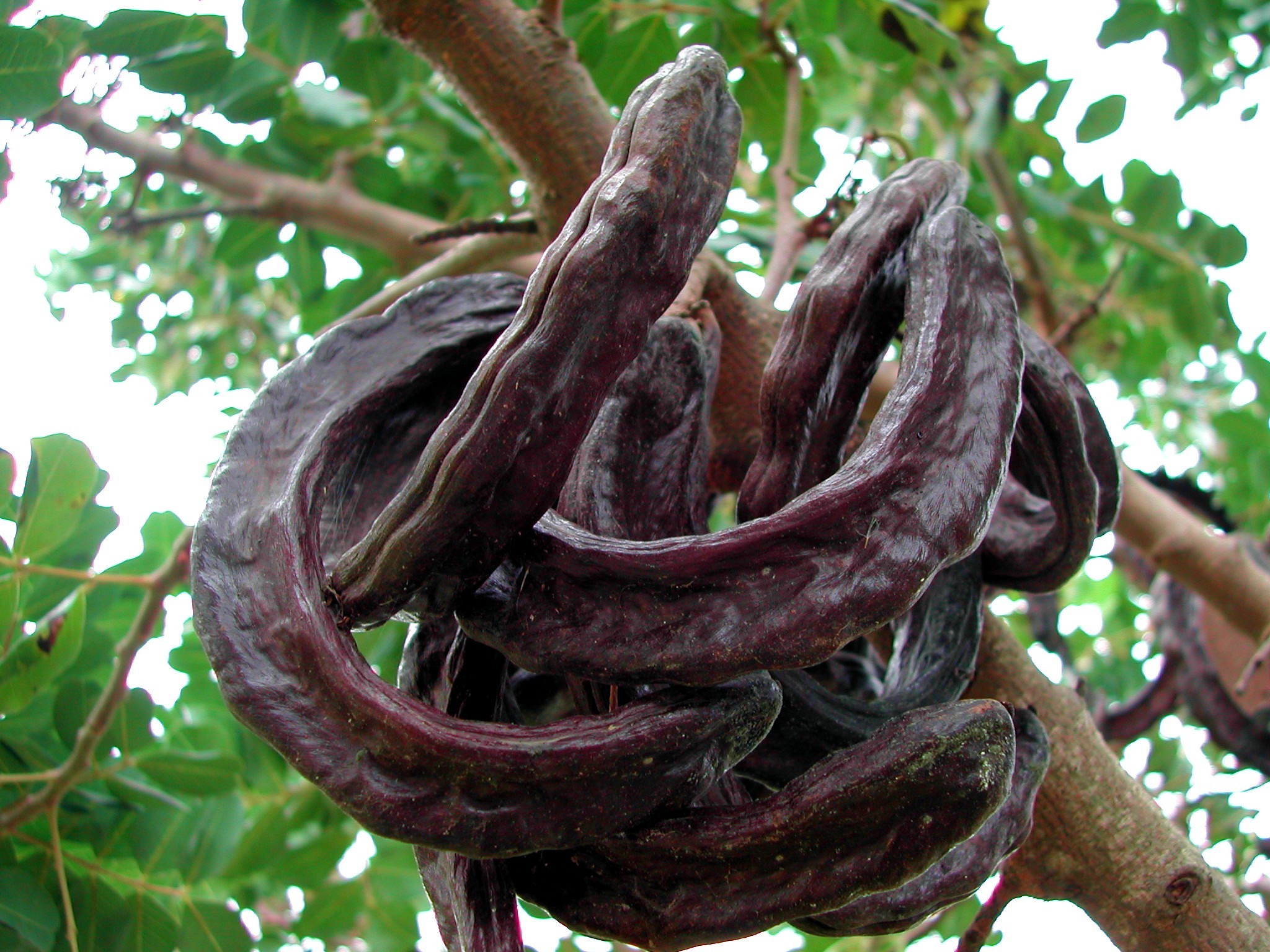
Johannisbrot
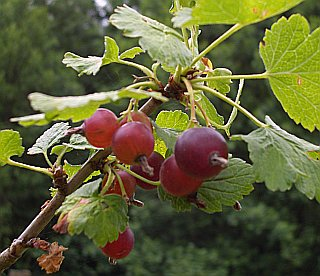
Jostabeere
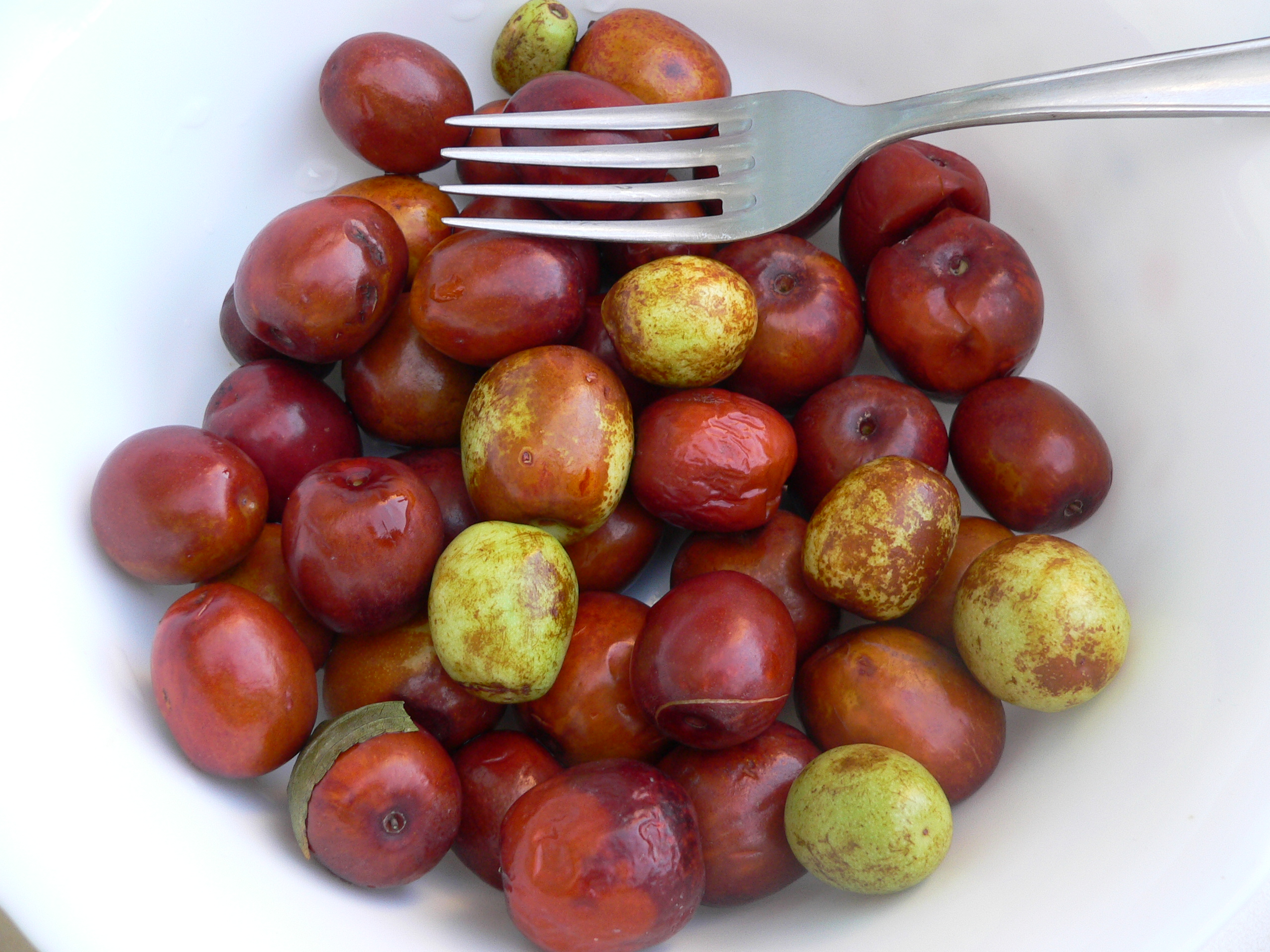
Jujube
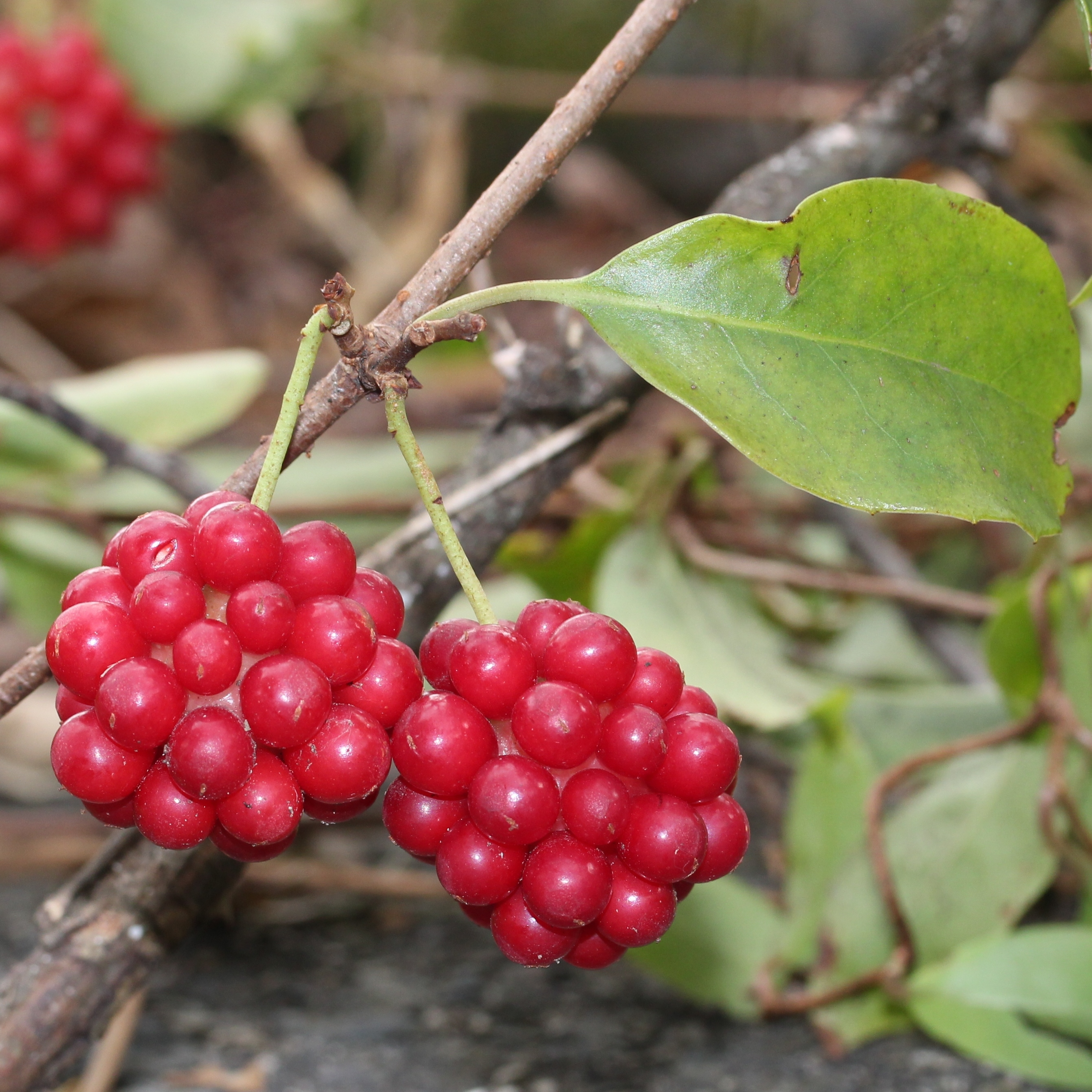
Kadsura japonica
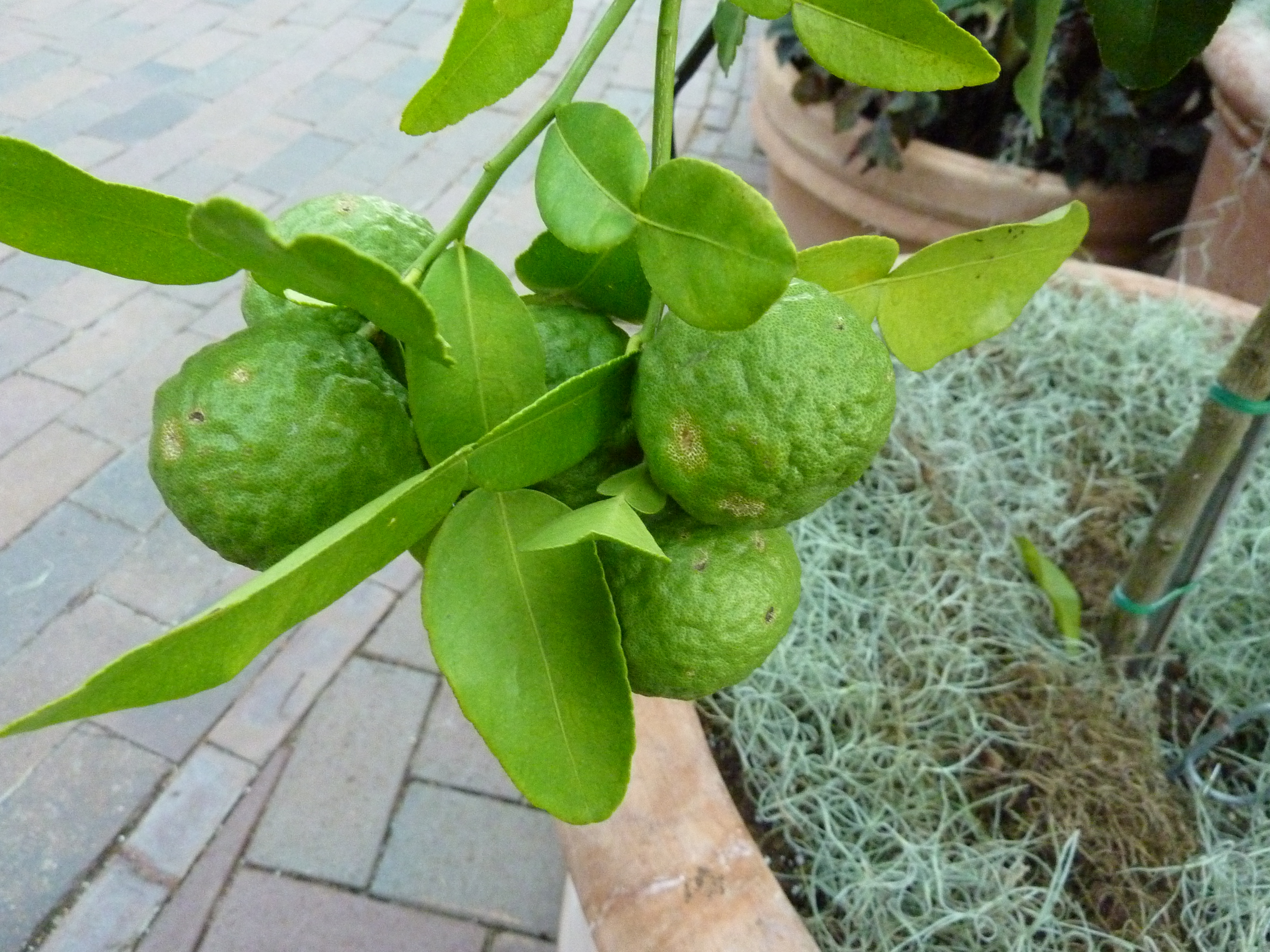
Kaffernlimette
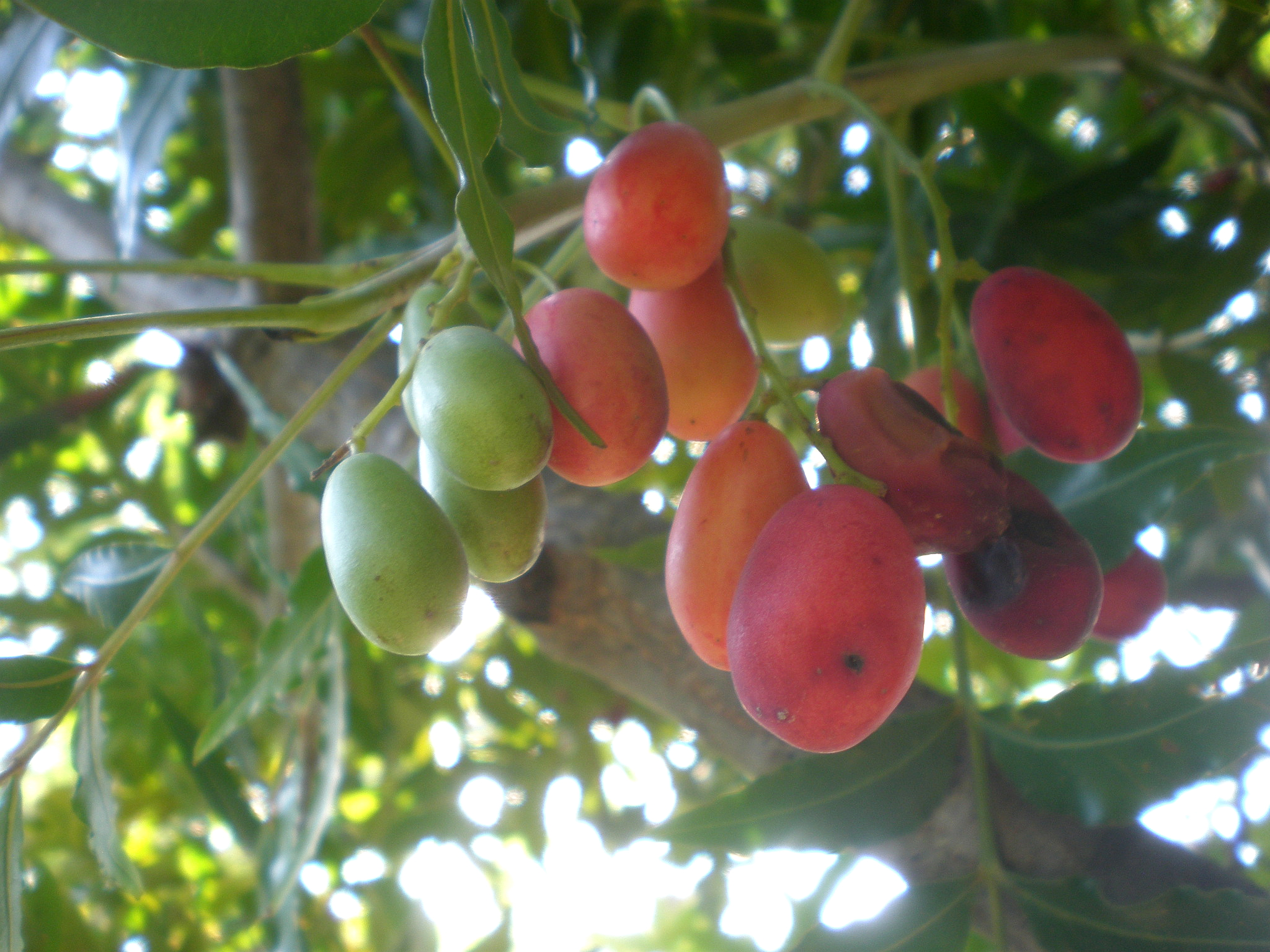
Kaffirpflaume
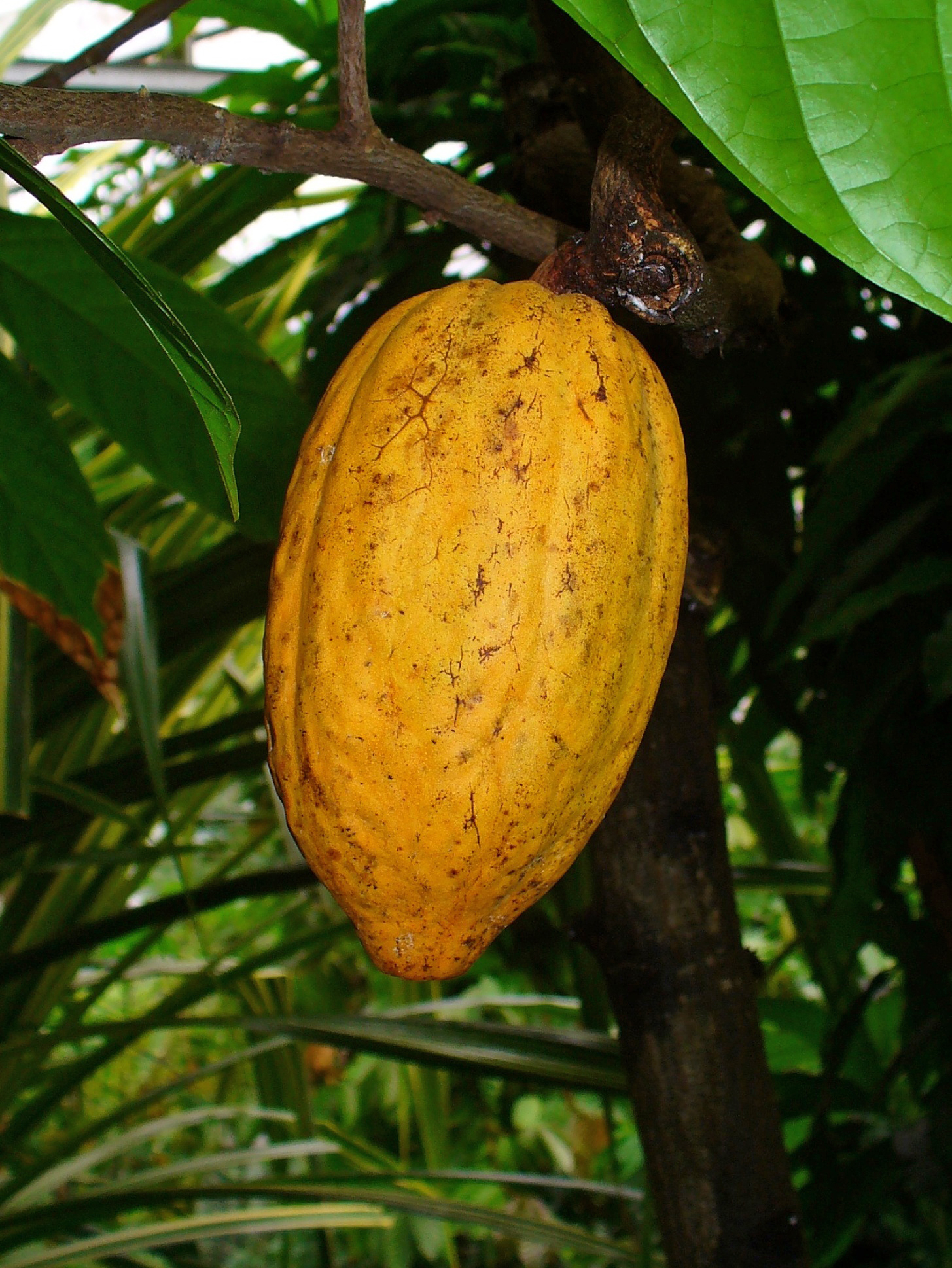
Kakao
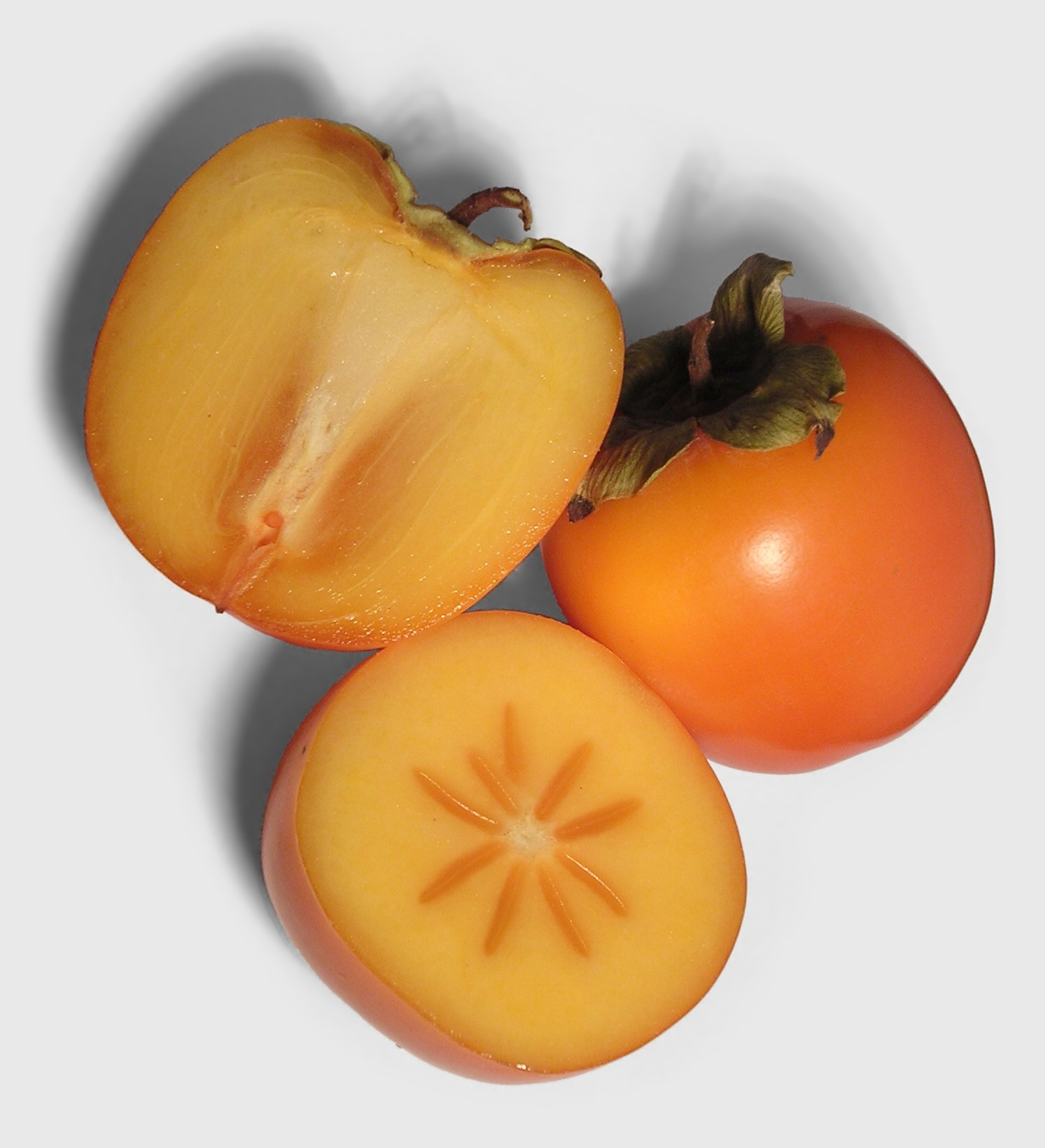
Kaki (Persimone, Sharonfrucht)
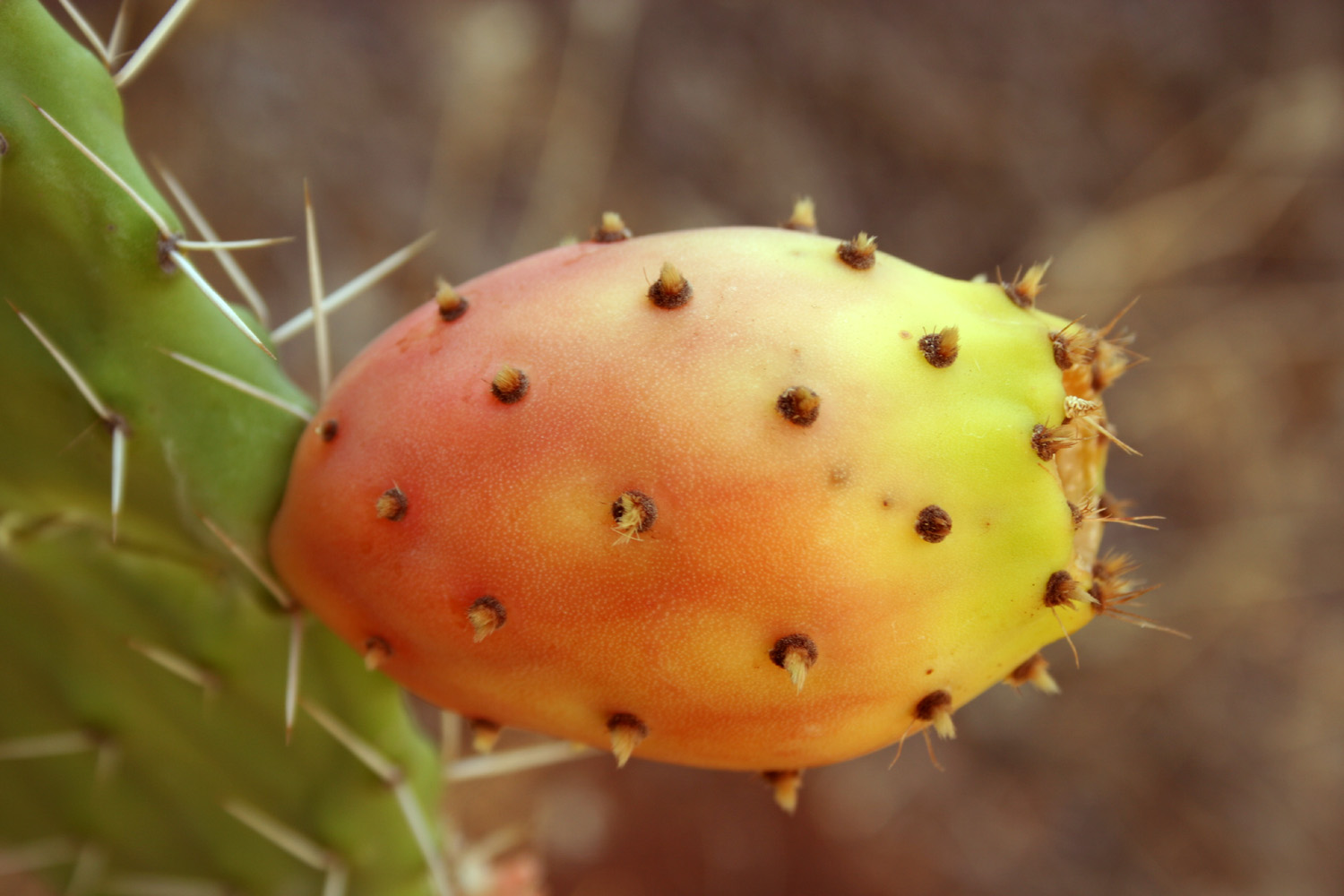
Kaktusfeige (versch. Opuntien- oder Cylindropuntia-Arten oder Brasiliopuntia brasiliensis und Tacinga palmadora)
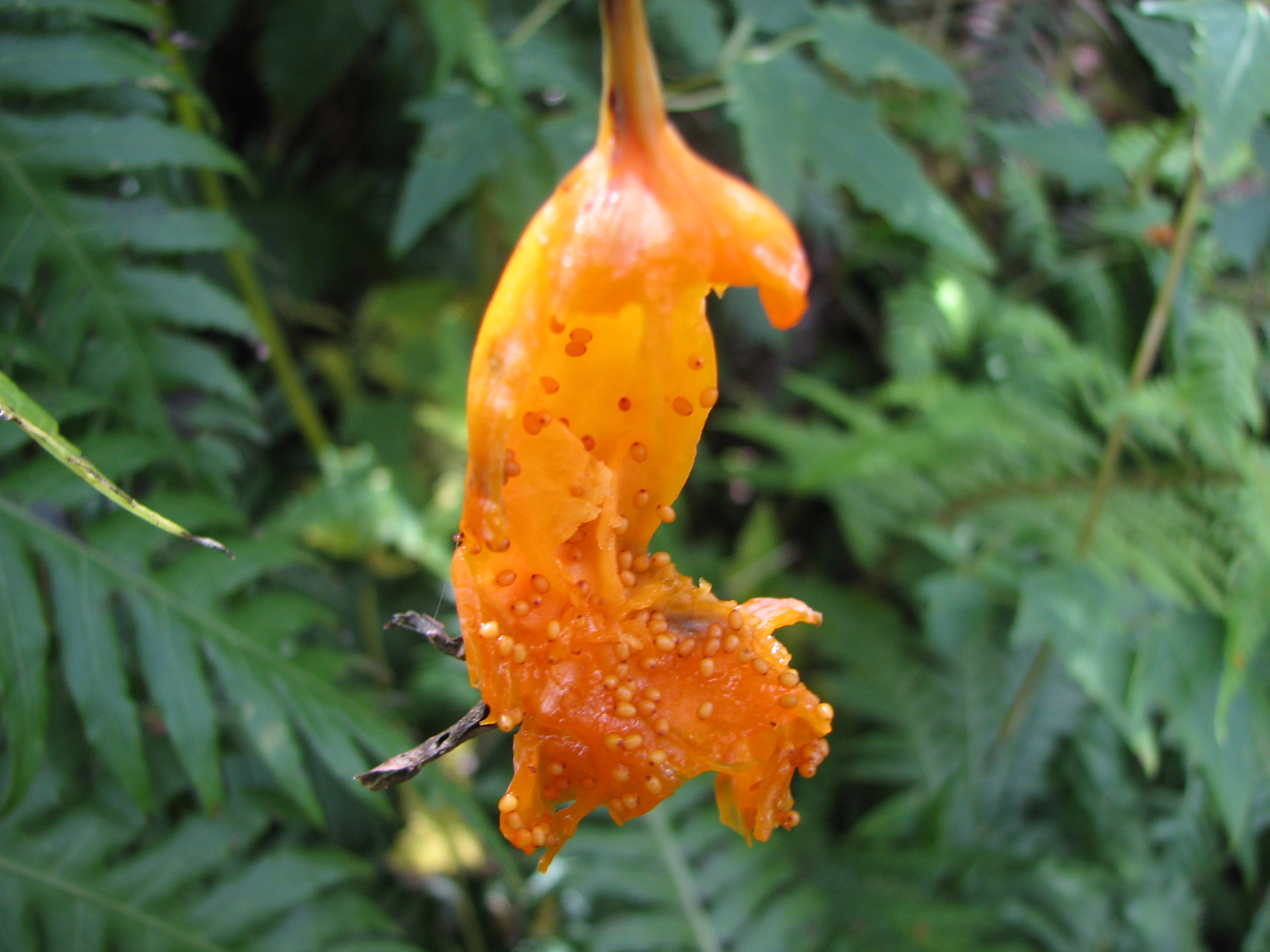
Kanaren-Glockenblume
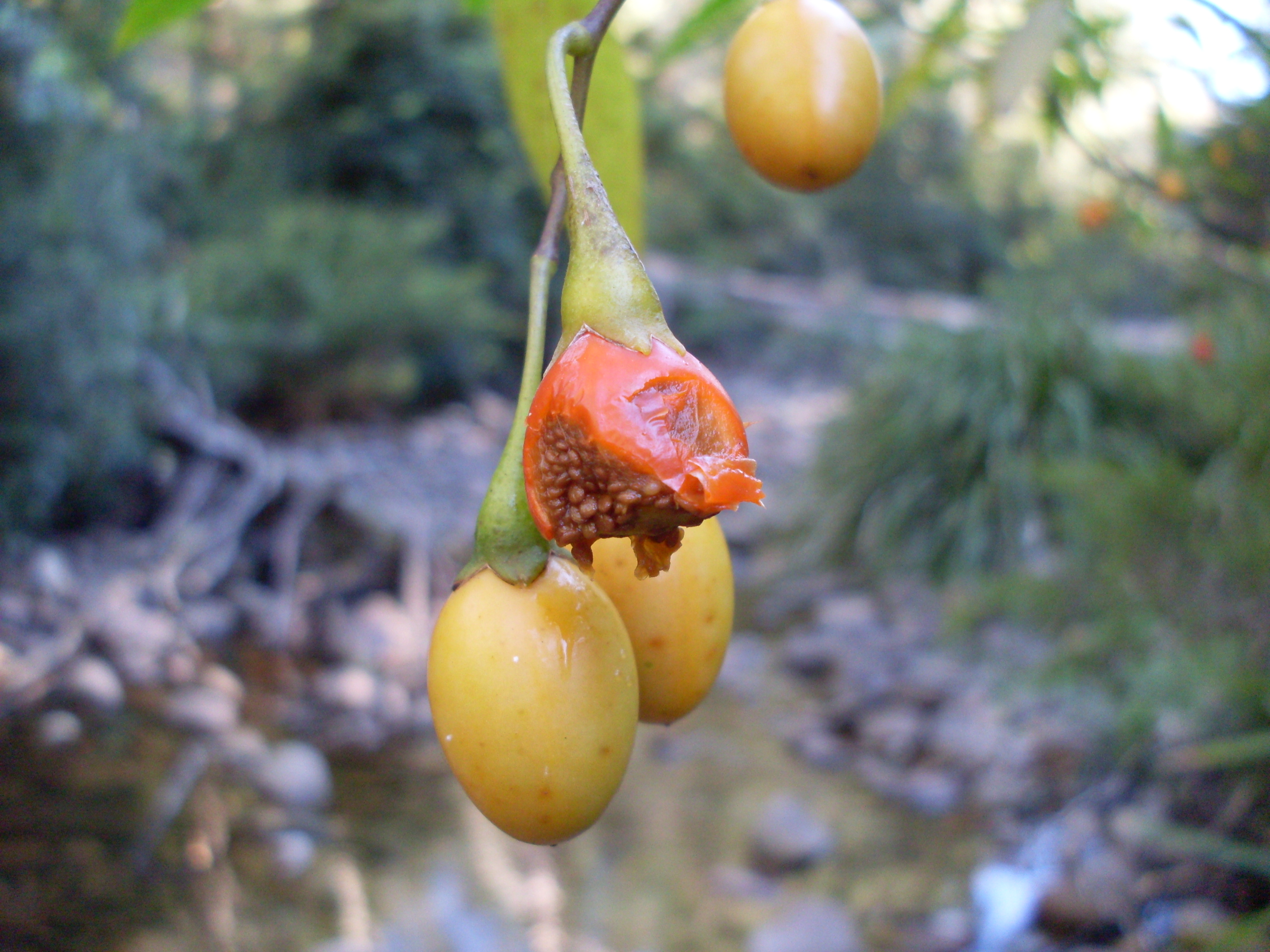
Känguruapfel (siehe auch Buschtomate)
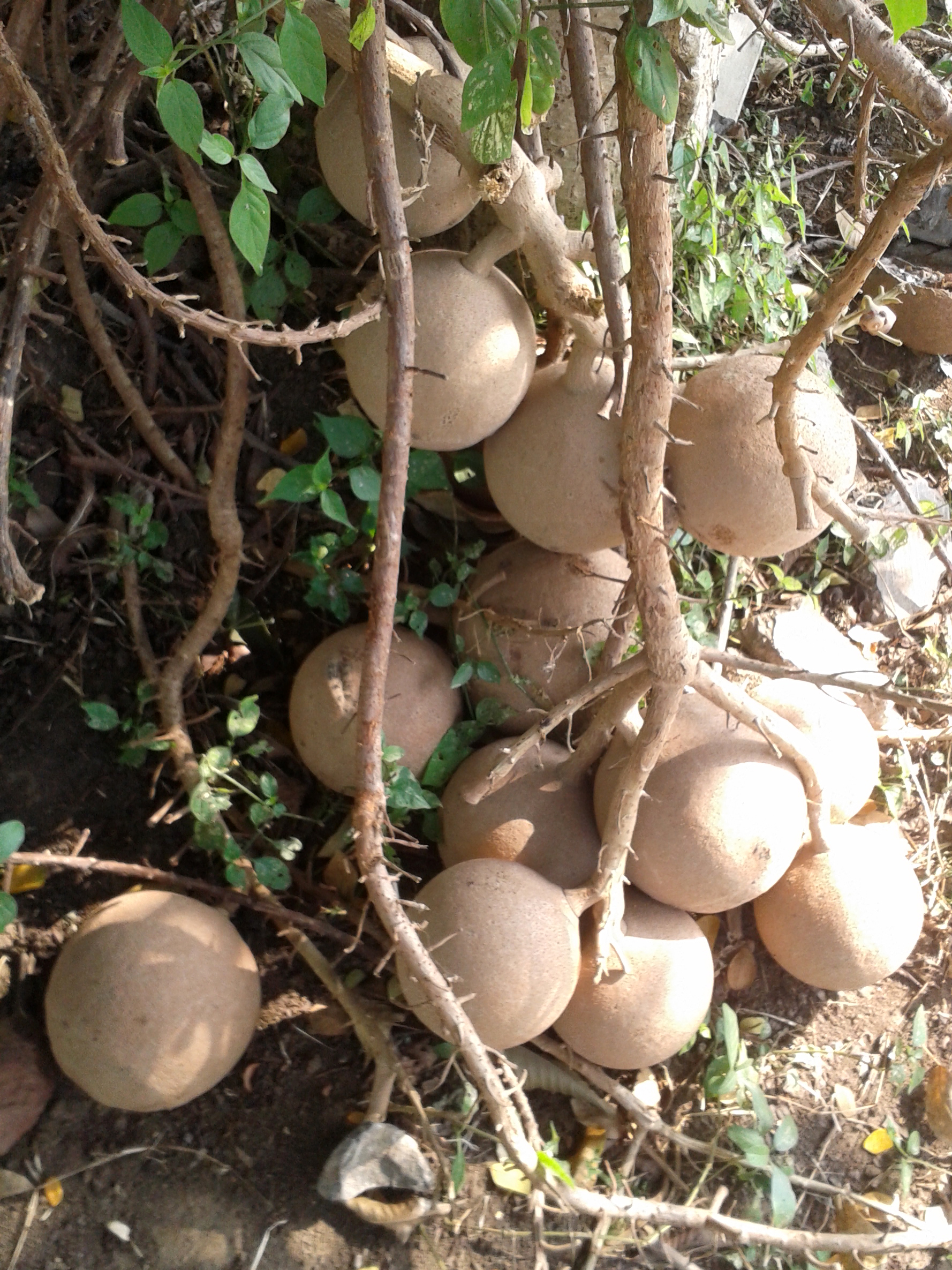
Kanonenkugelbaum (nur für ganz unempfindliche; noch schlimmer als Noni)
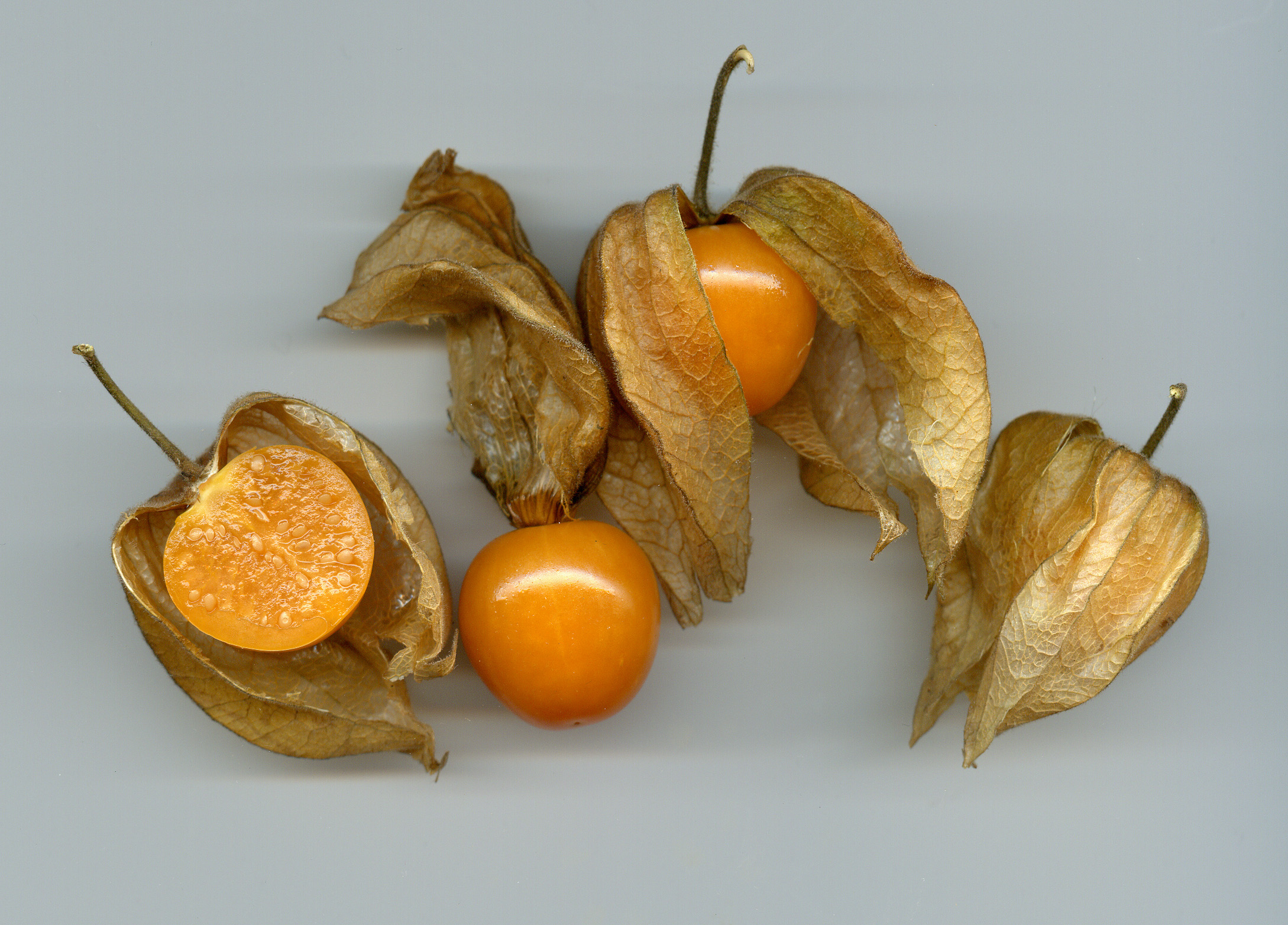
Kapstachelbeere (Poha Beere) (versch. Physalis-Arten haben ähnliche Früchte)
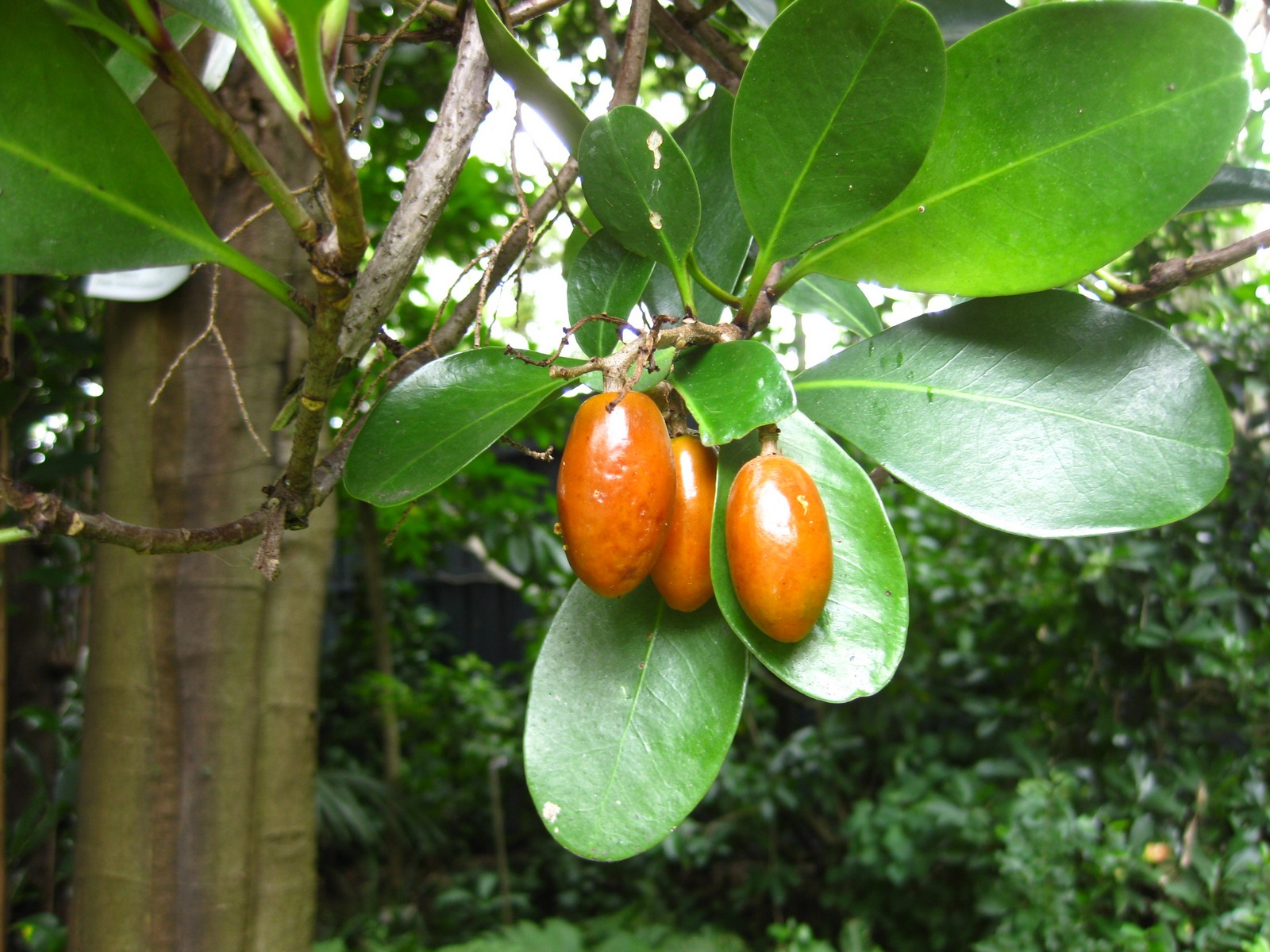
Karaka
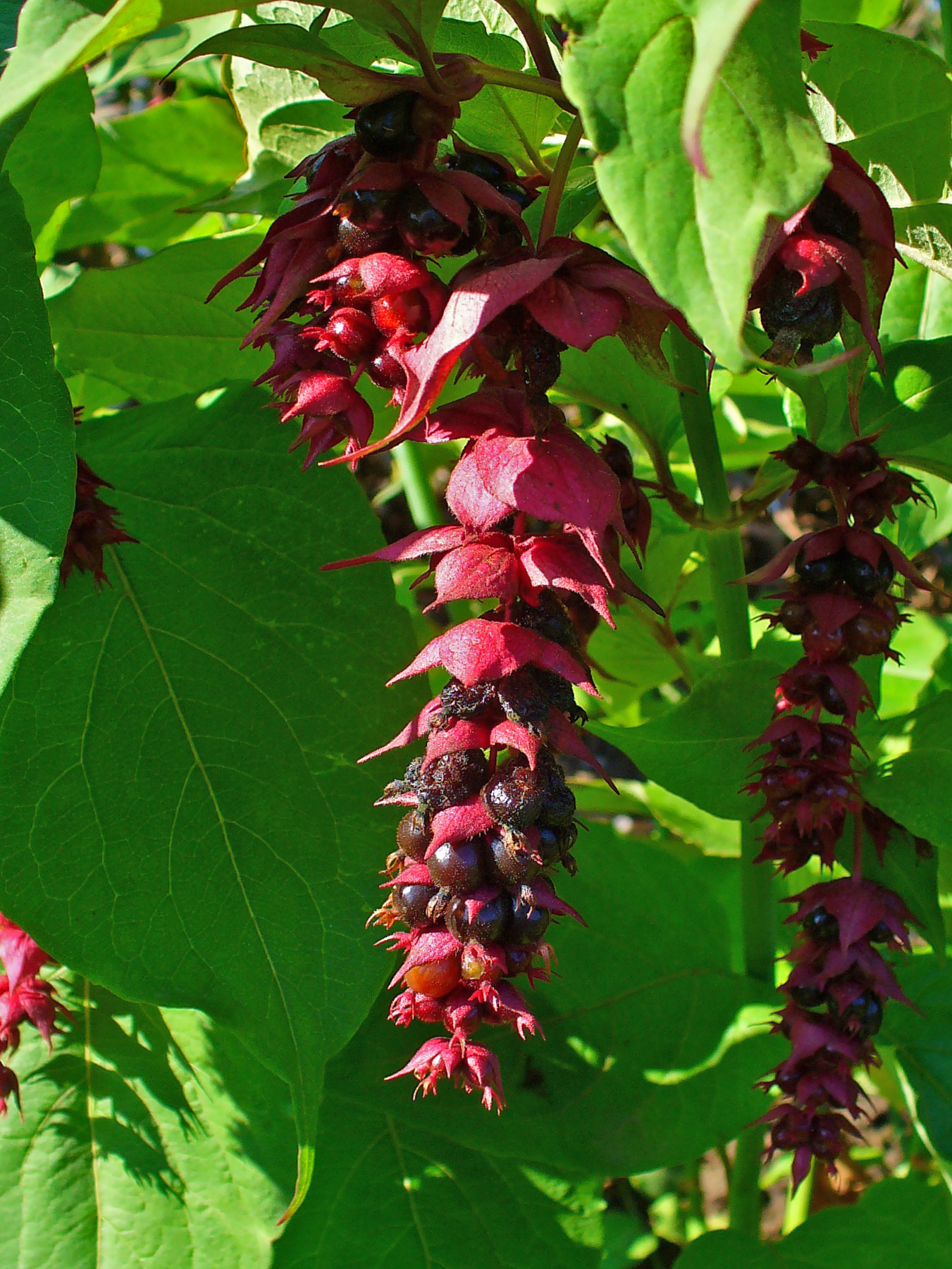
Karamellbeere
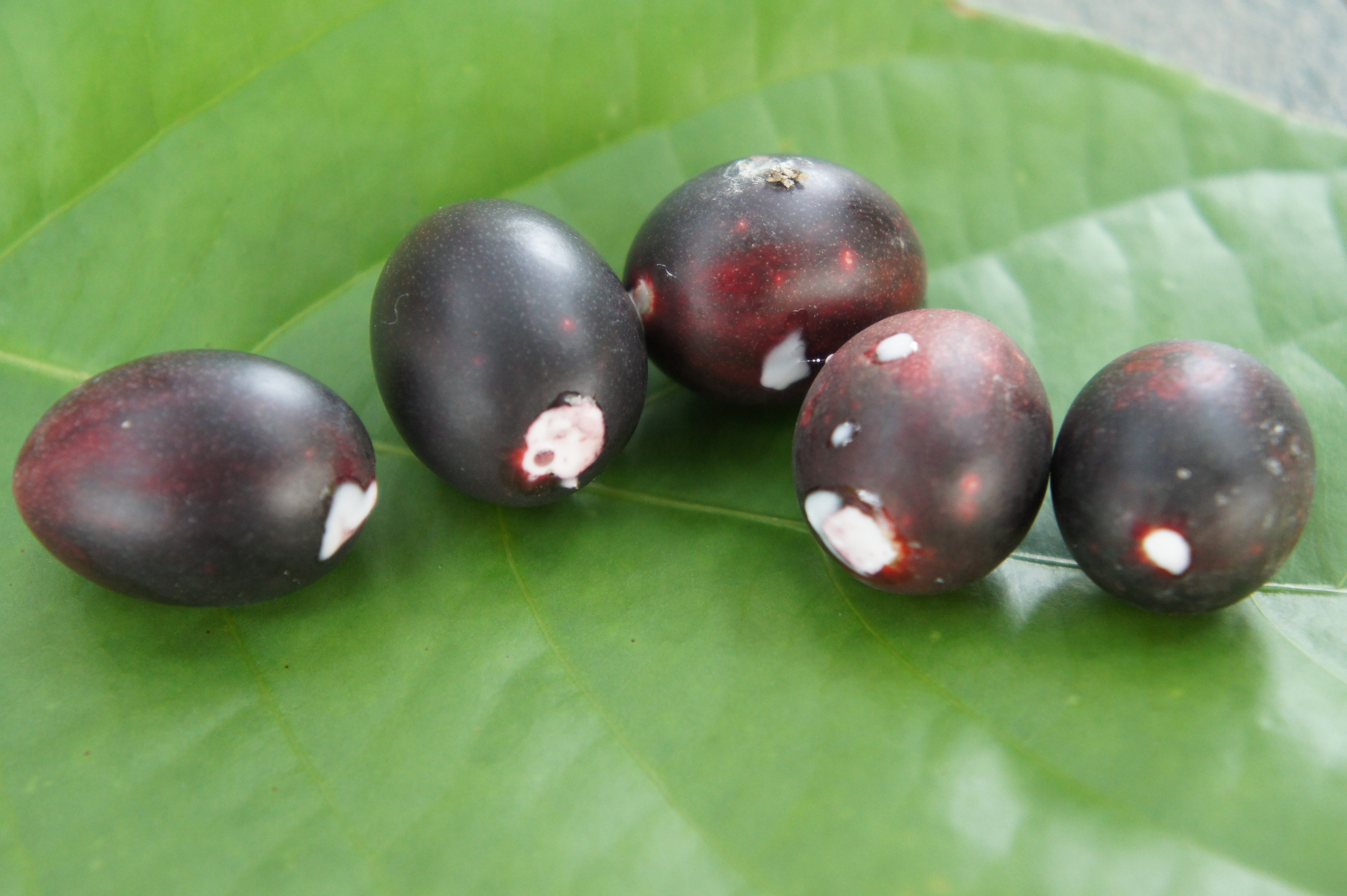
Karanda (Koranda)
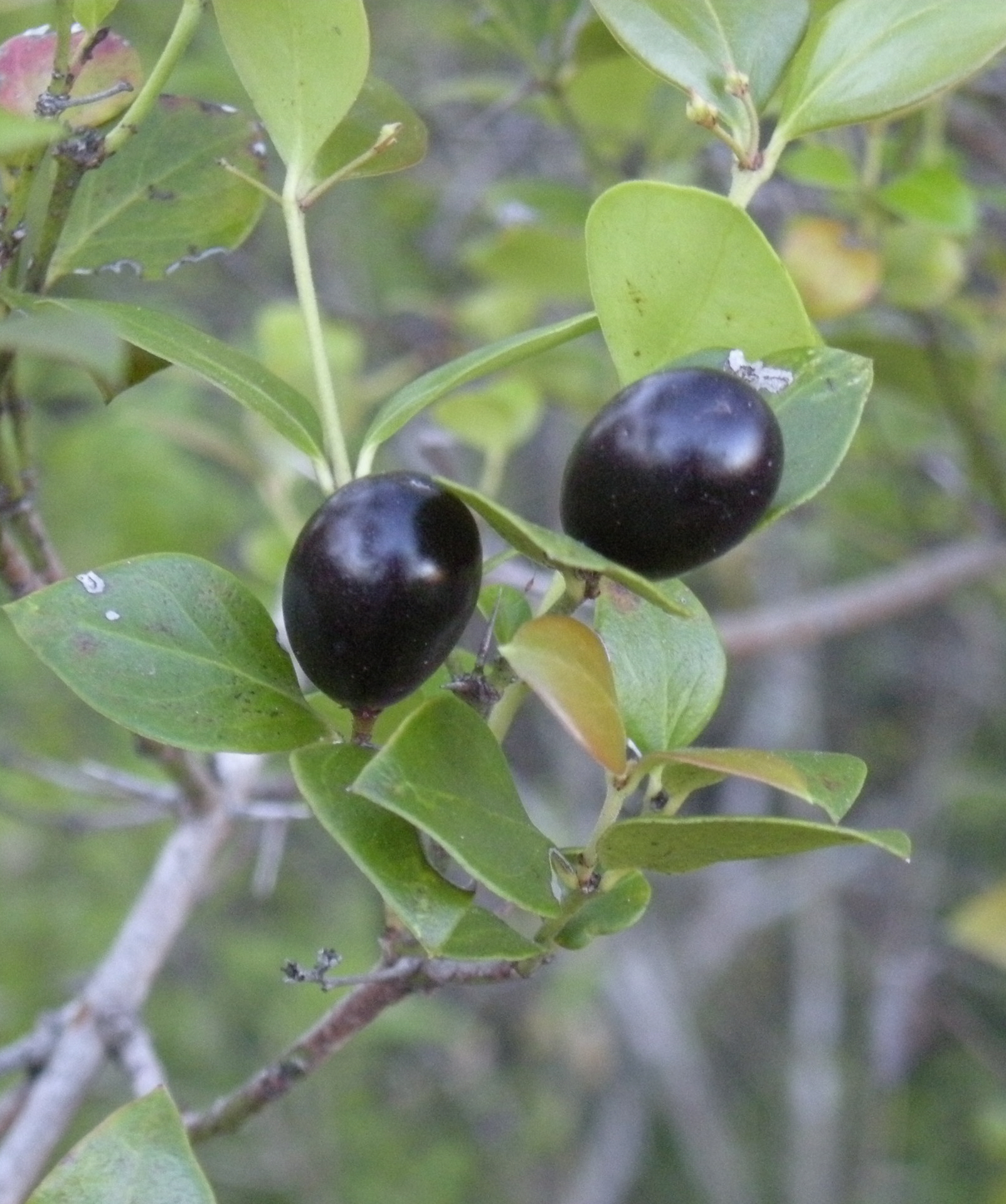
Karandapflaume
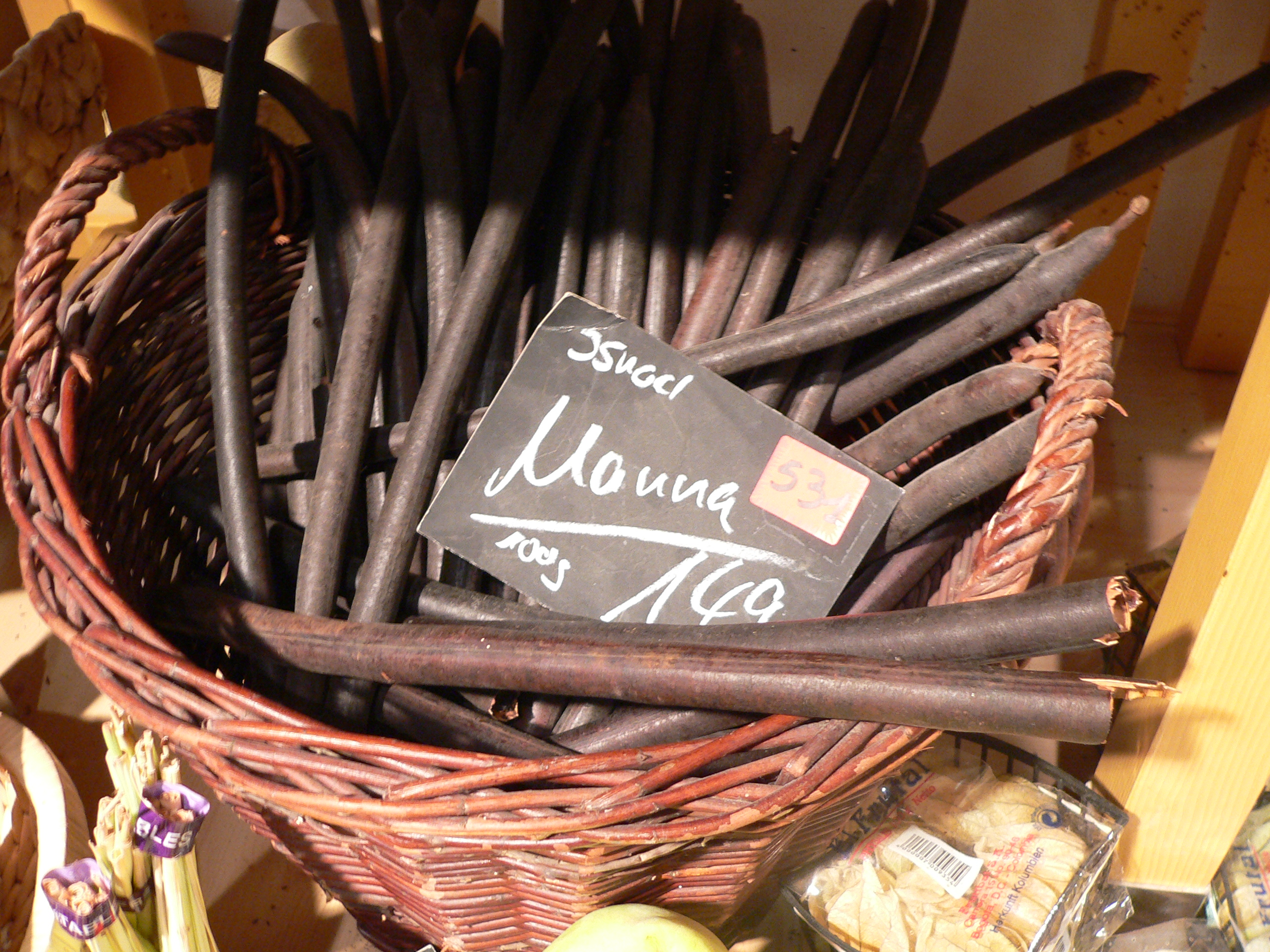
Kassie (auch Cassia leiandra; noch grün)
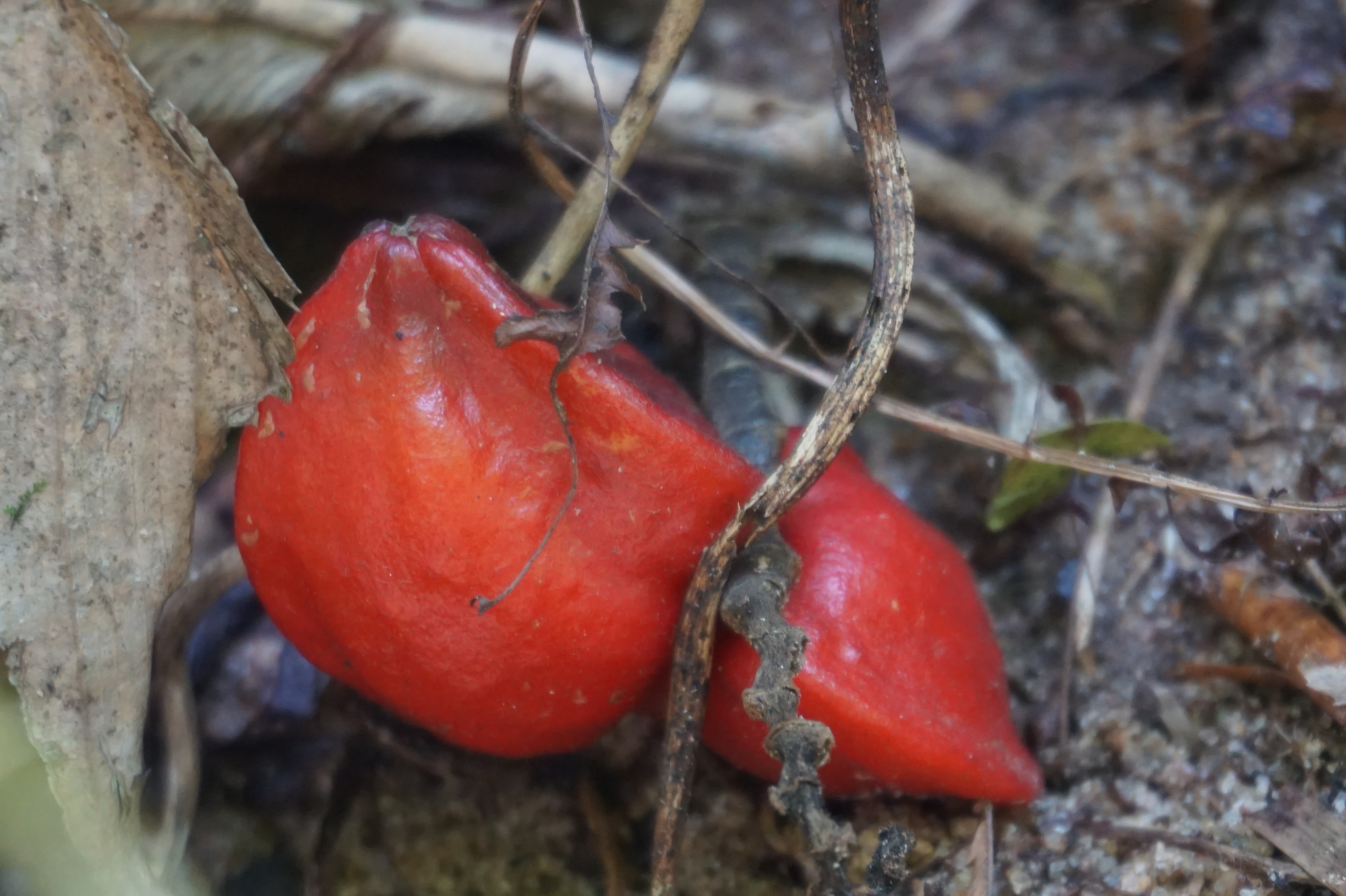
Katamfe
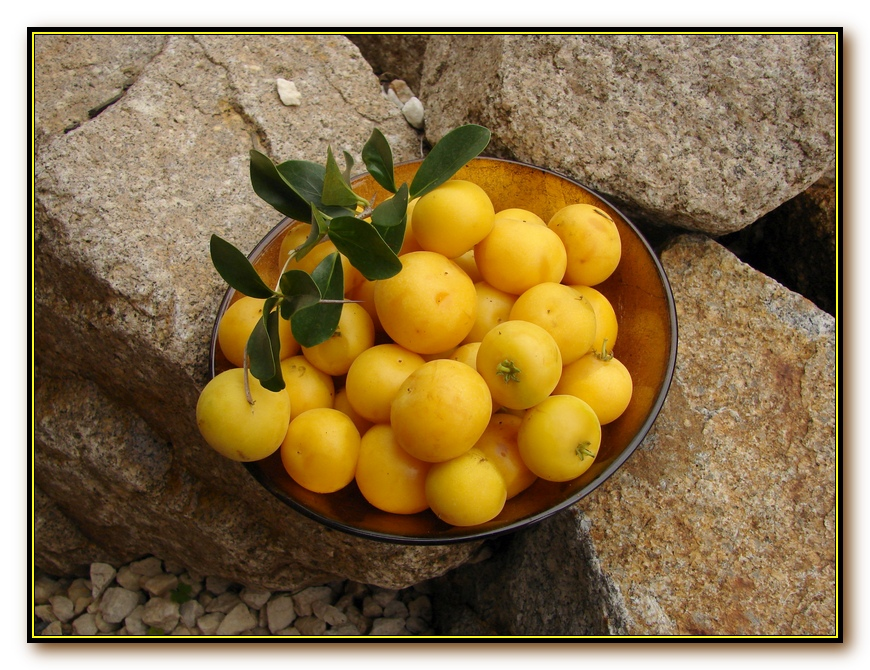
Keiapfel
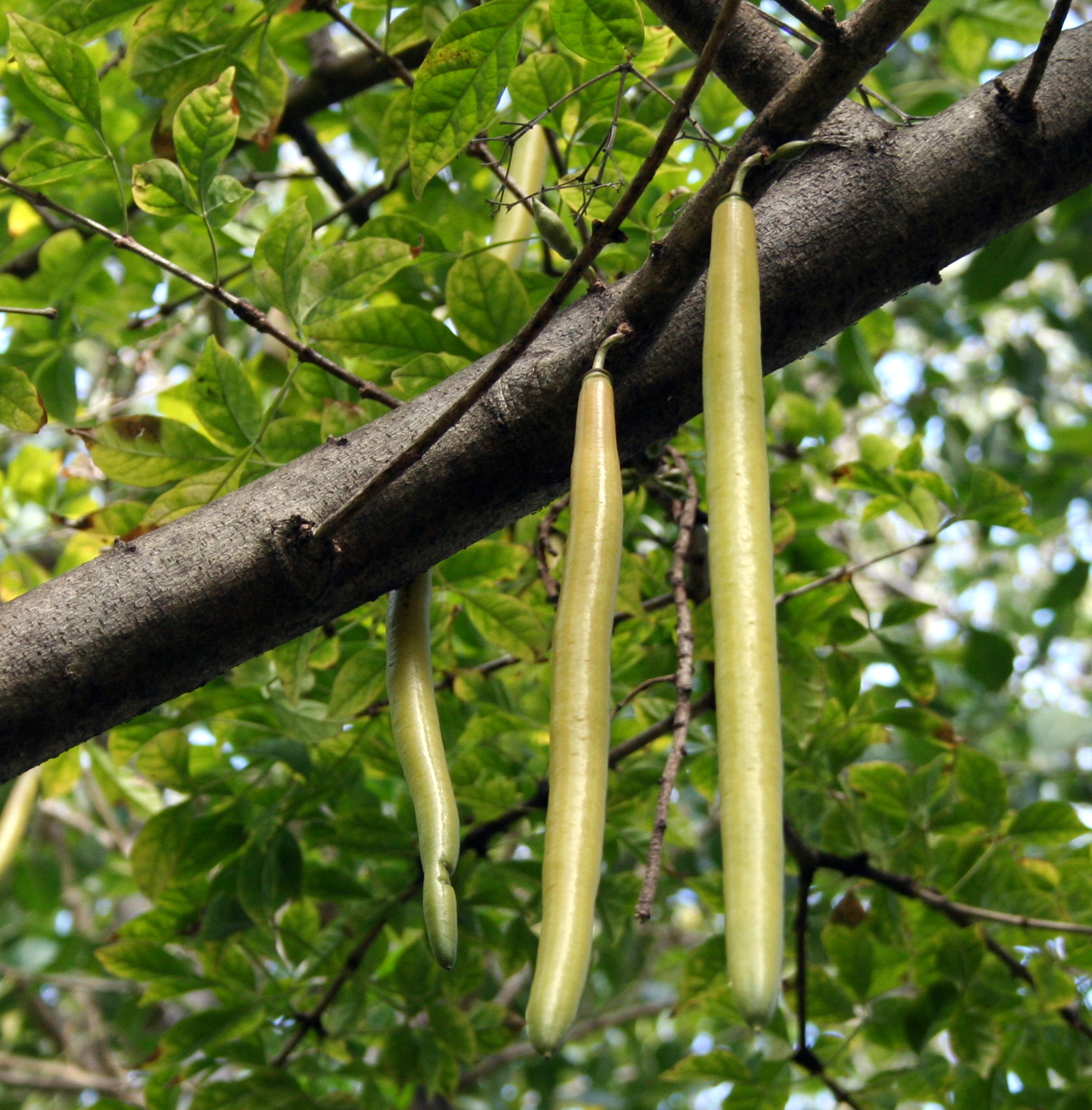
Kerzenbaum
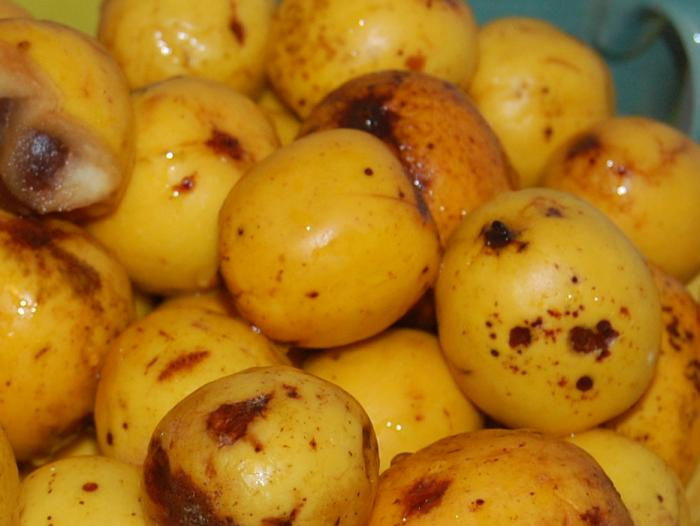
Keule
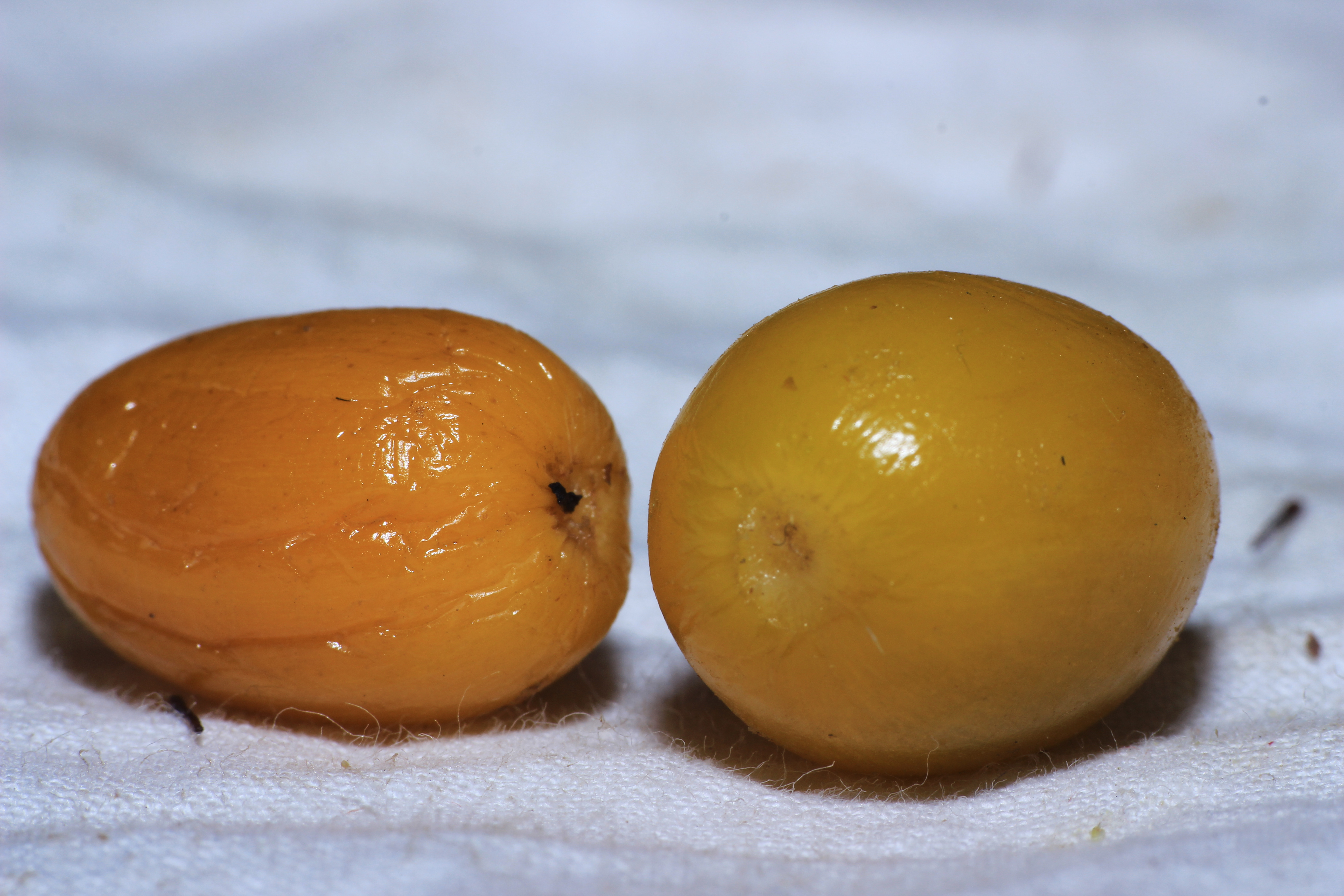
Khirni
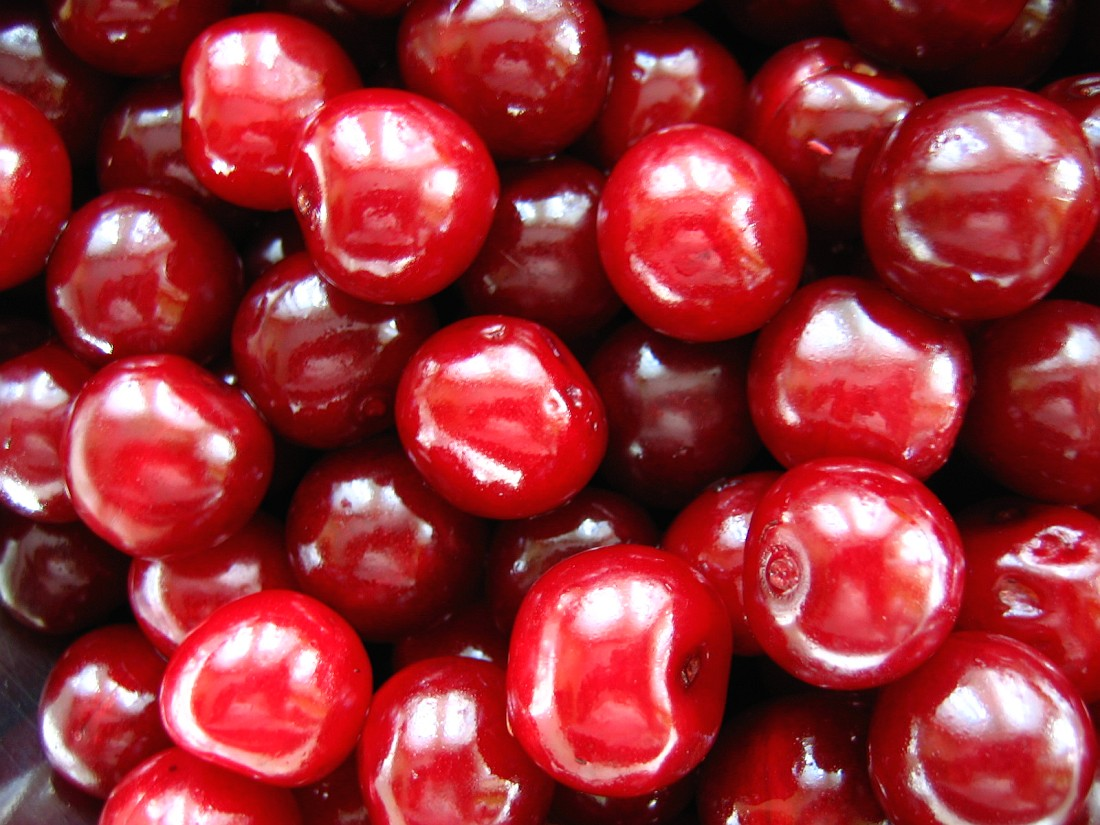
Kirsche
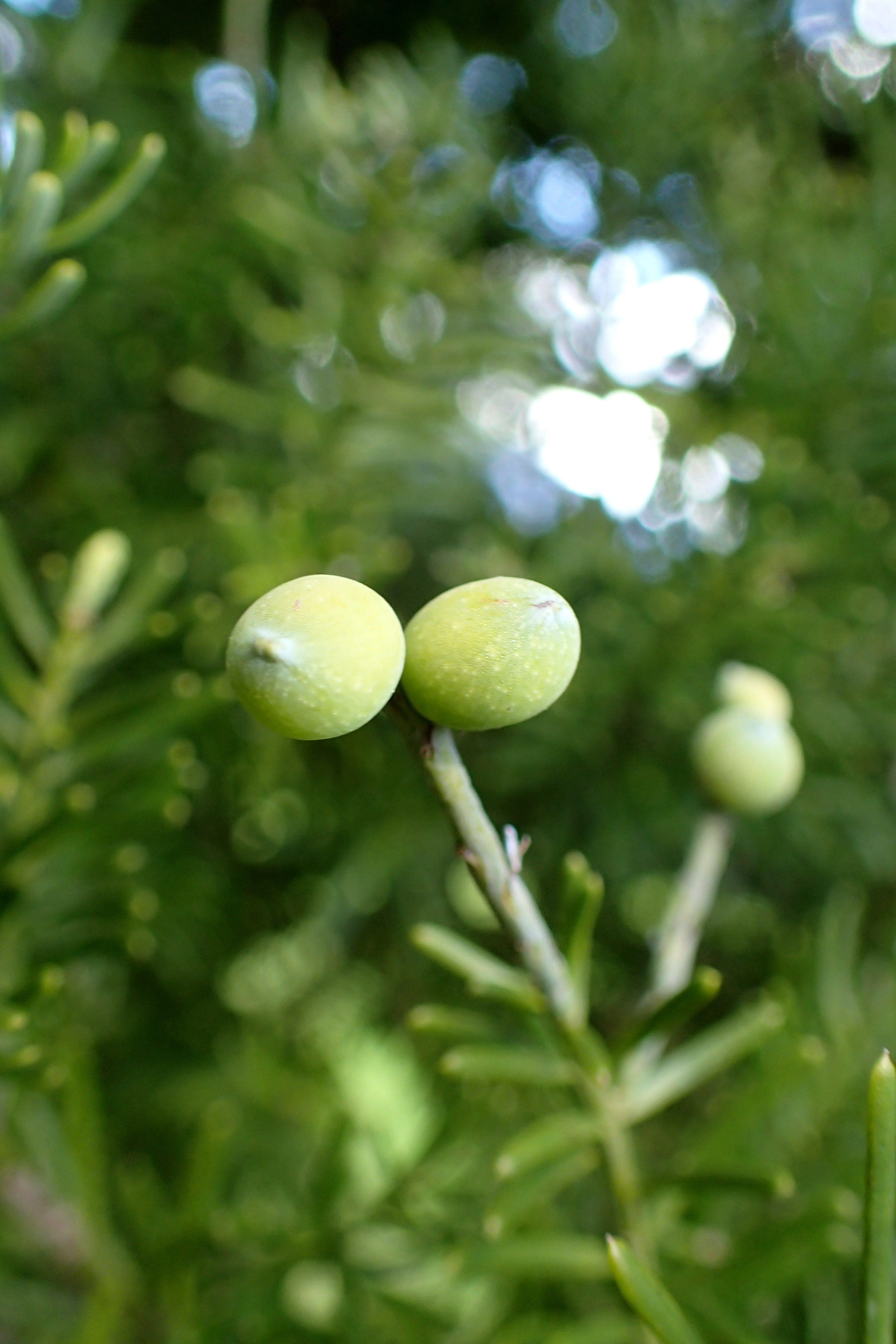
Kirscheiben (Pflaumen-Steineibe u. a.) (Keine Frucht nur der Arillus)
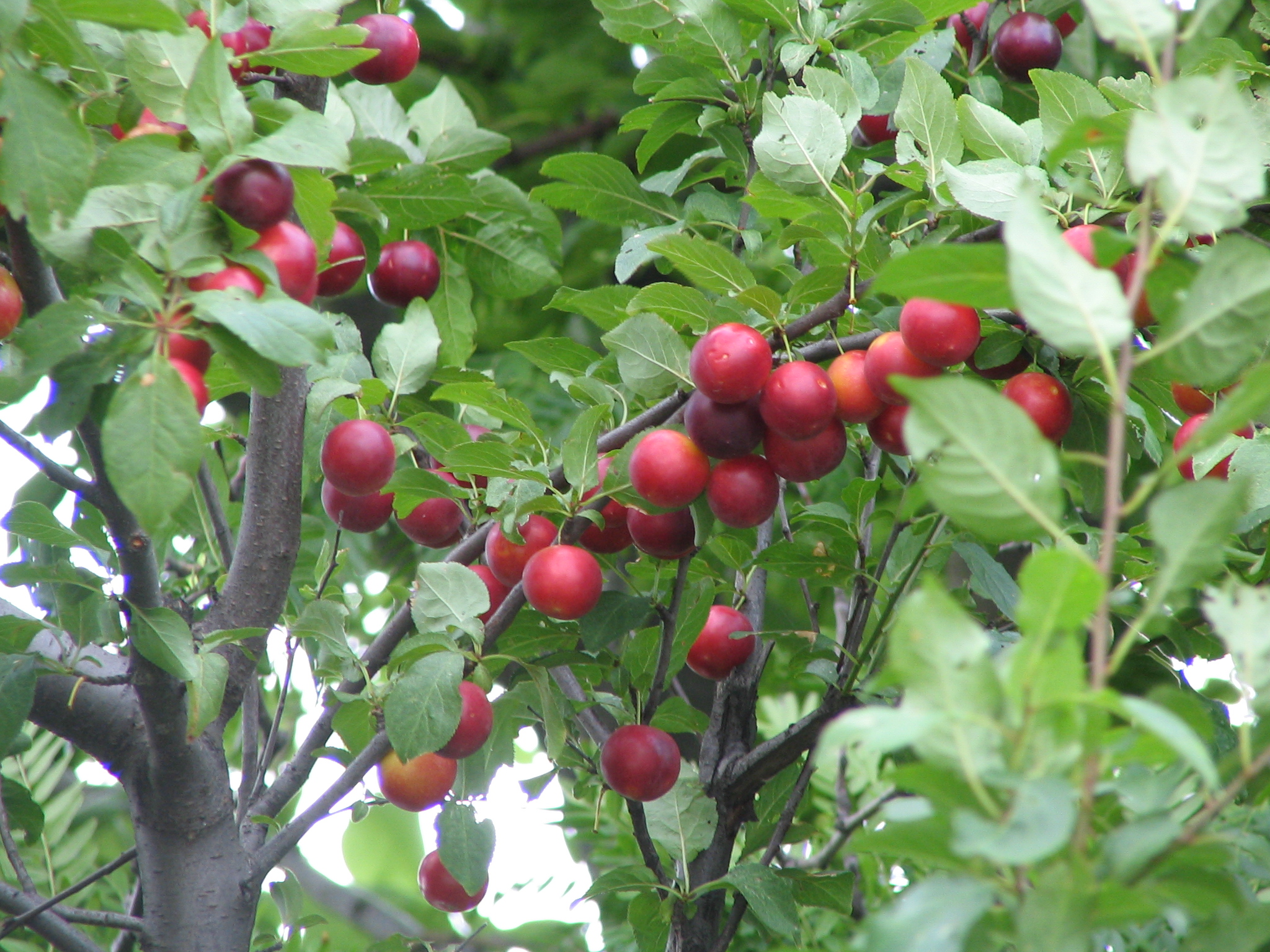
Kirschpflaume
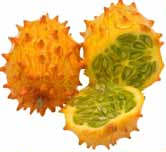
Kiwano (Horngurke)
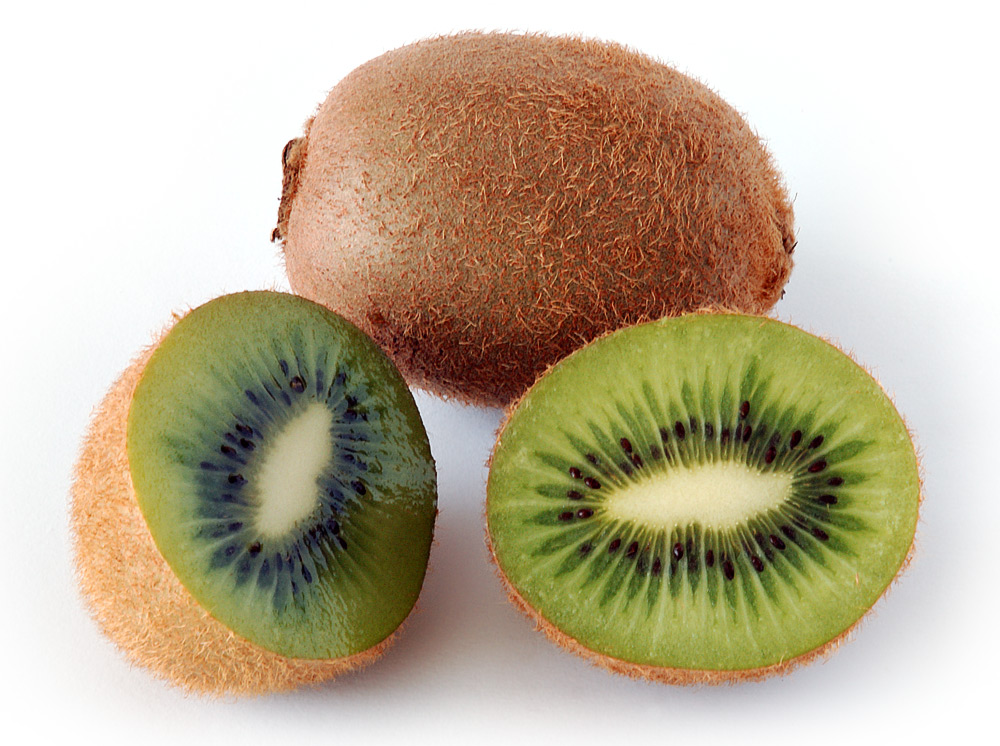
Kiwi
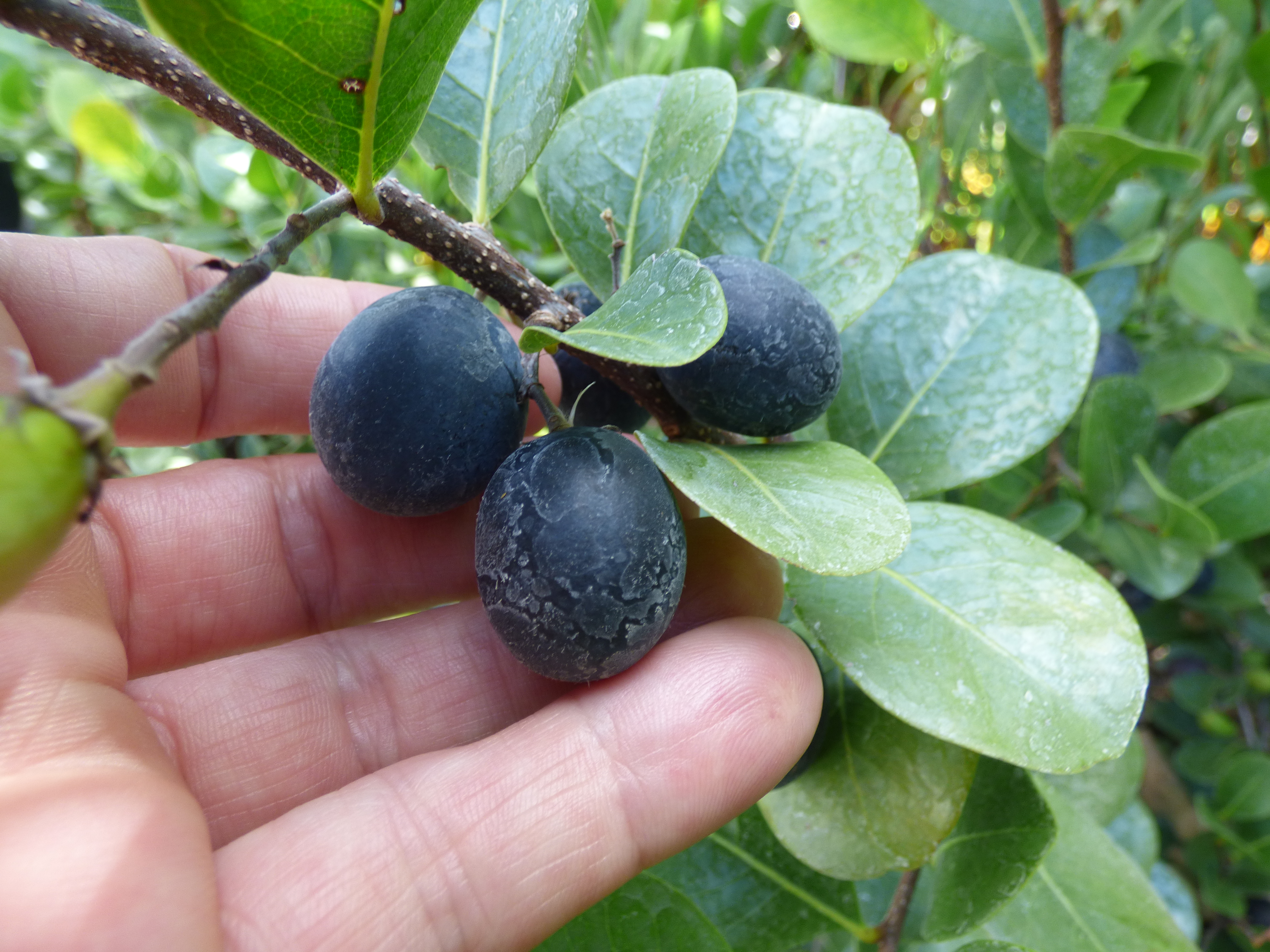
Kokospflaume
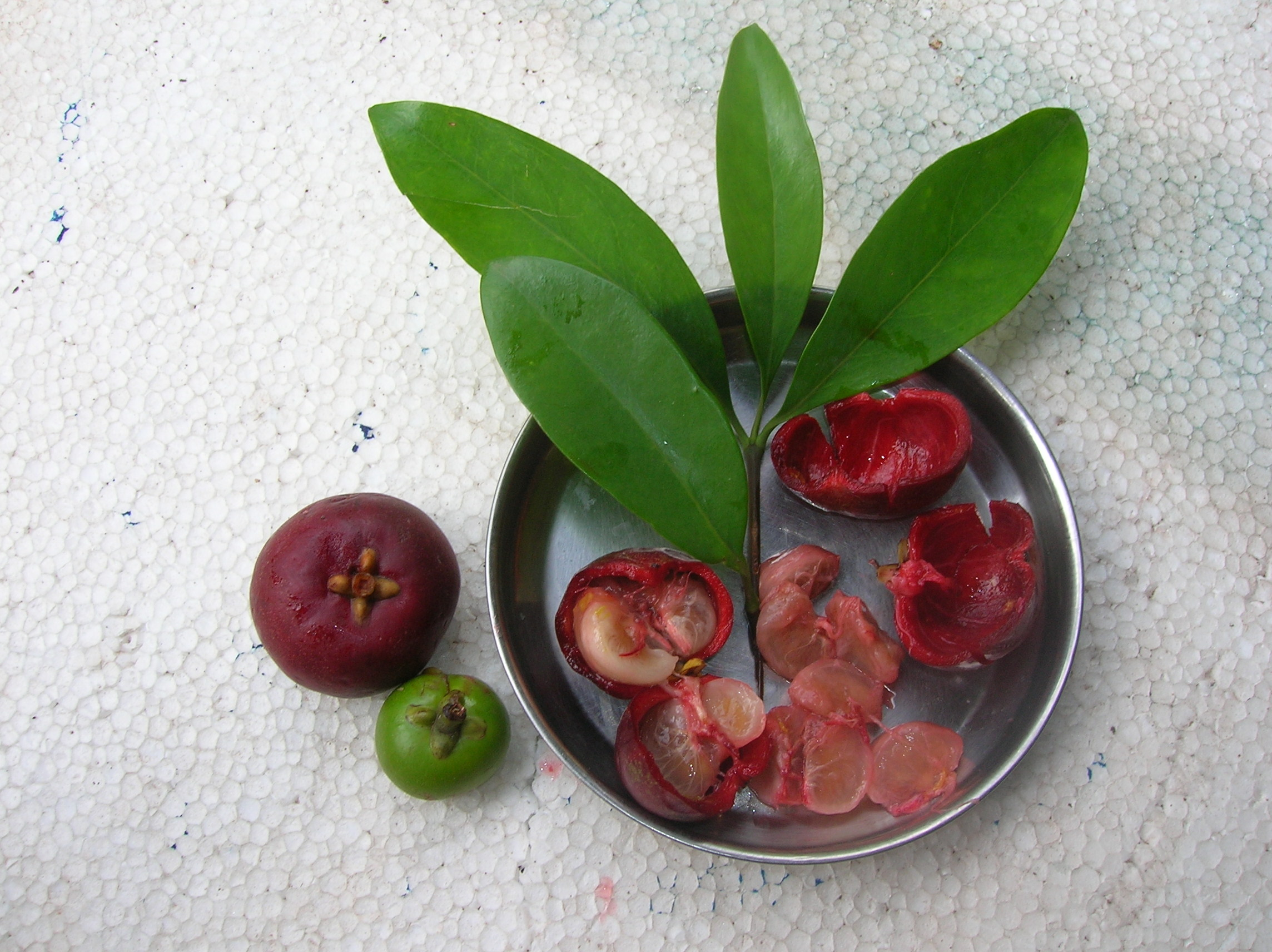
Kokum
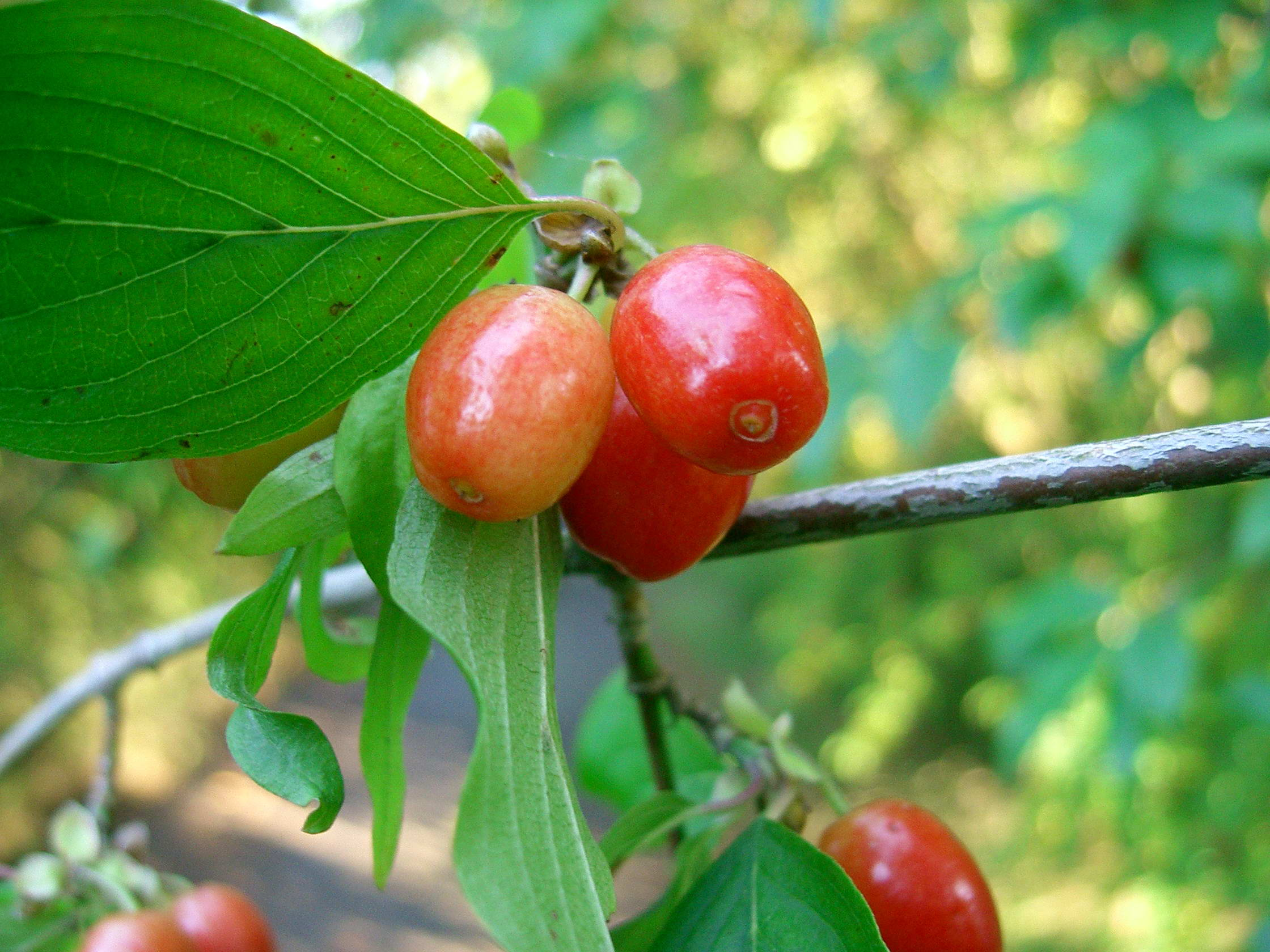
Kornelkirsche
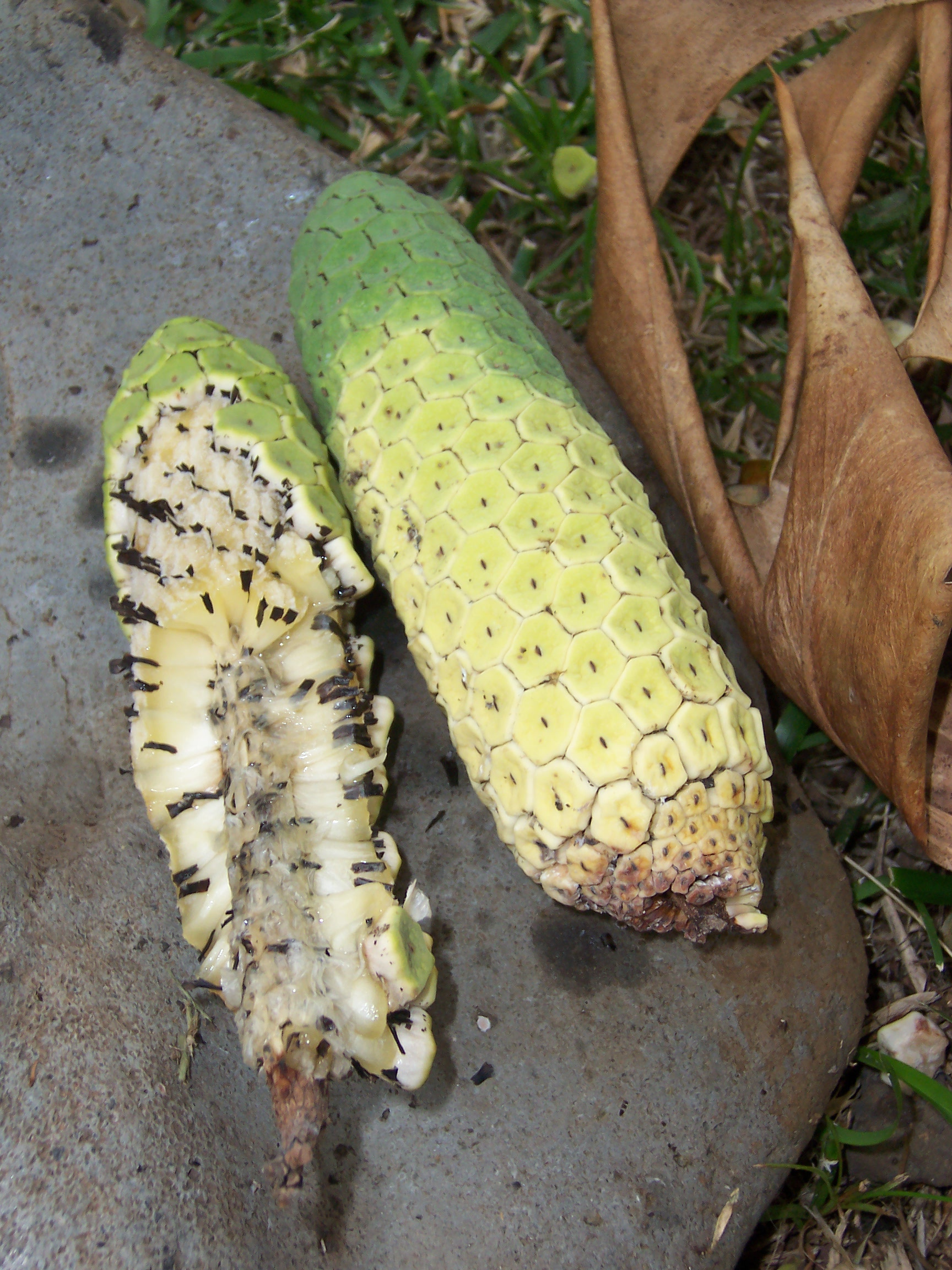
Köstliches Fensterblatt
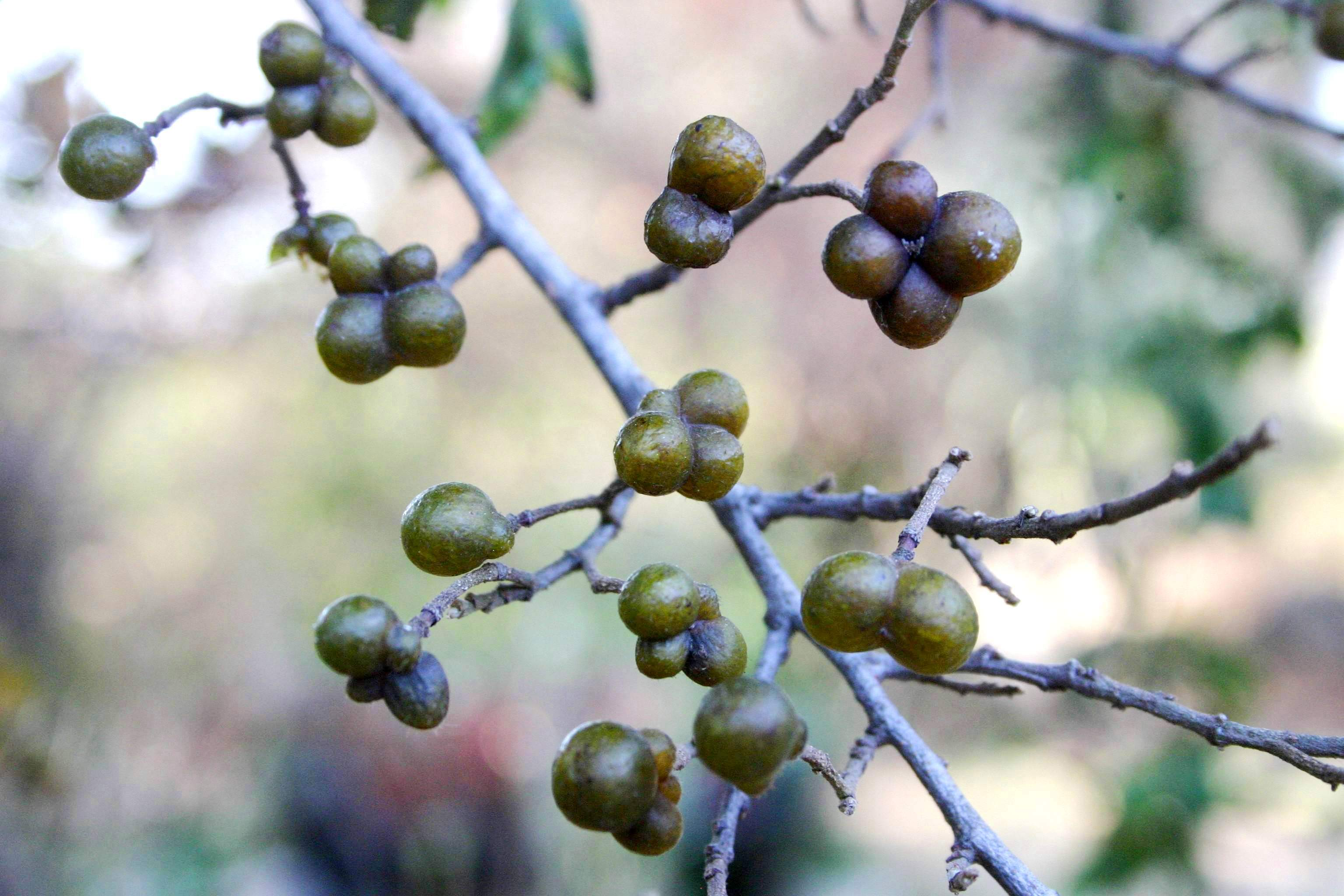
Kreuzbeere
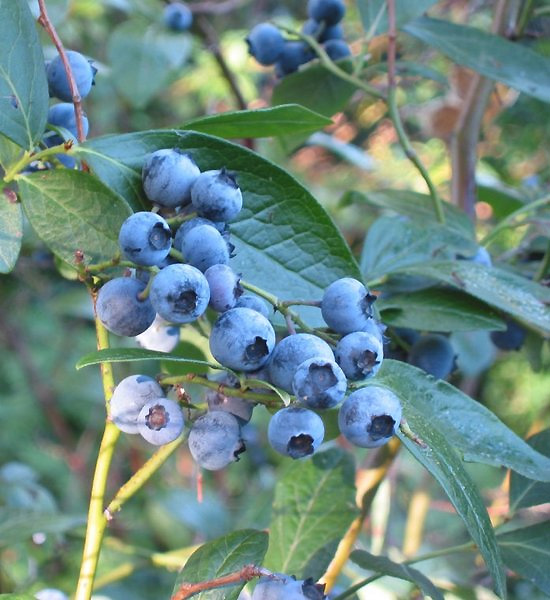
Kulturheidelbeere
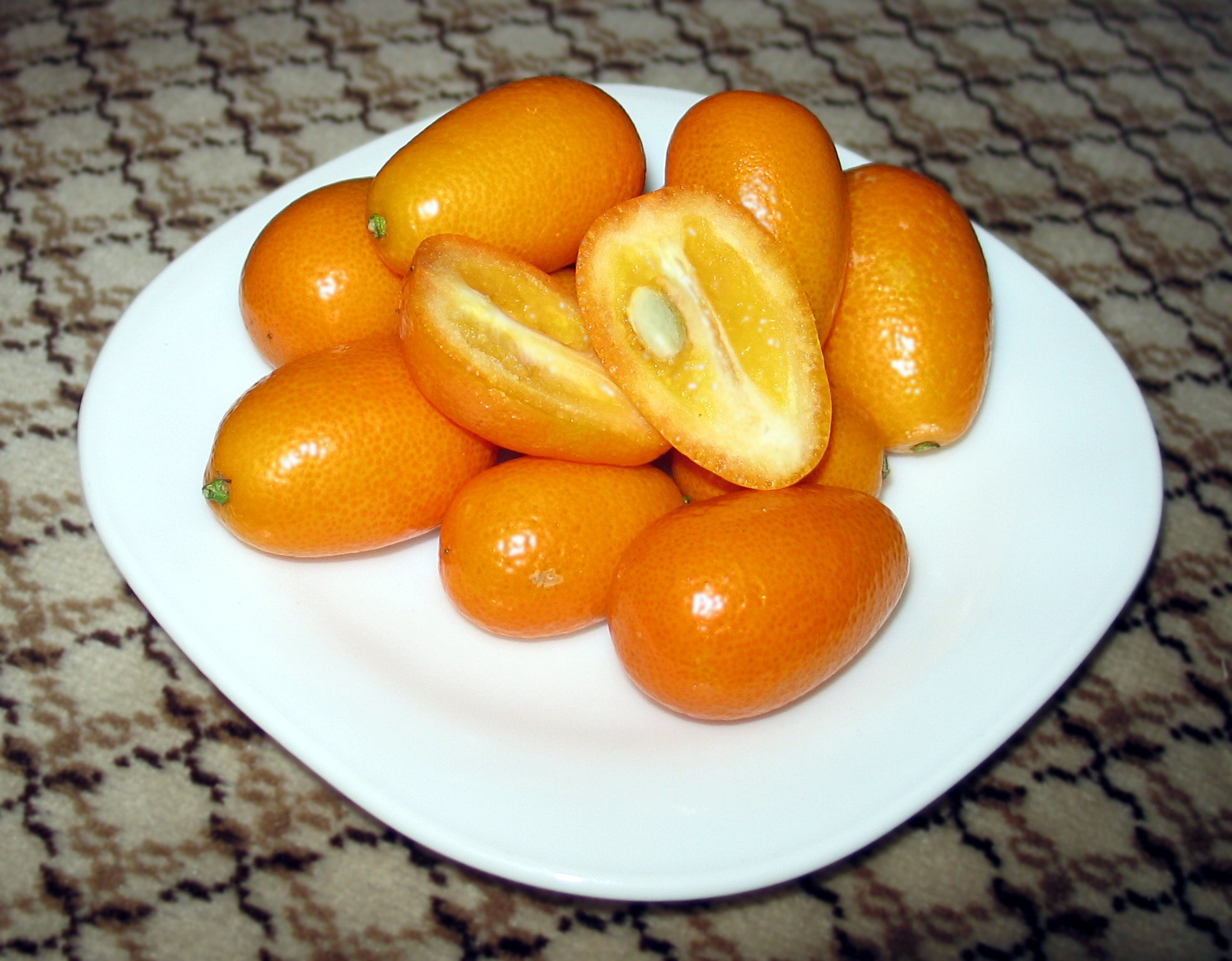
Kumquat
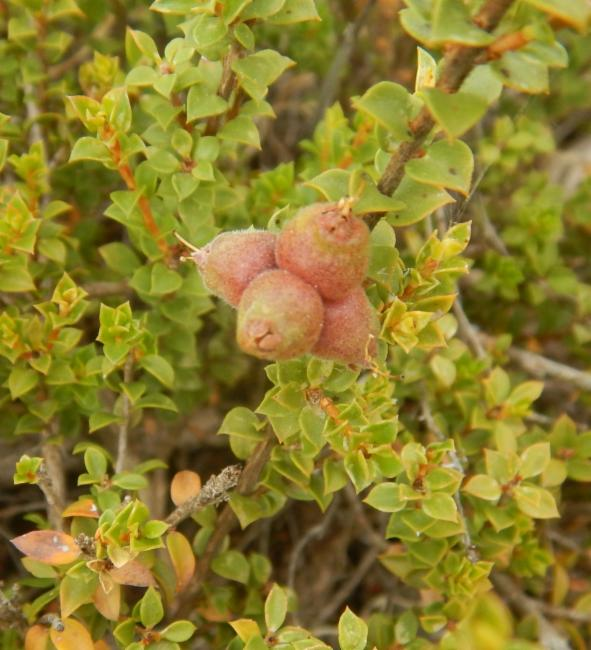
Kunzea pomifera
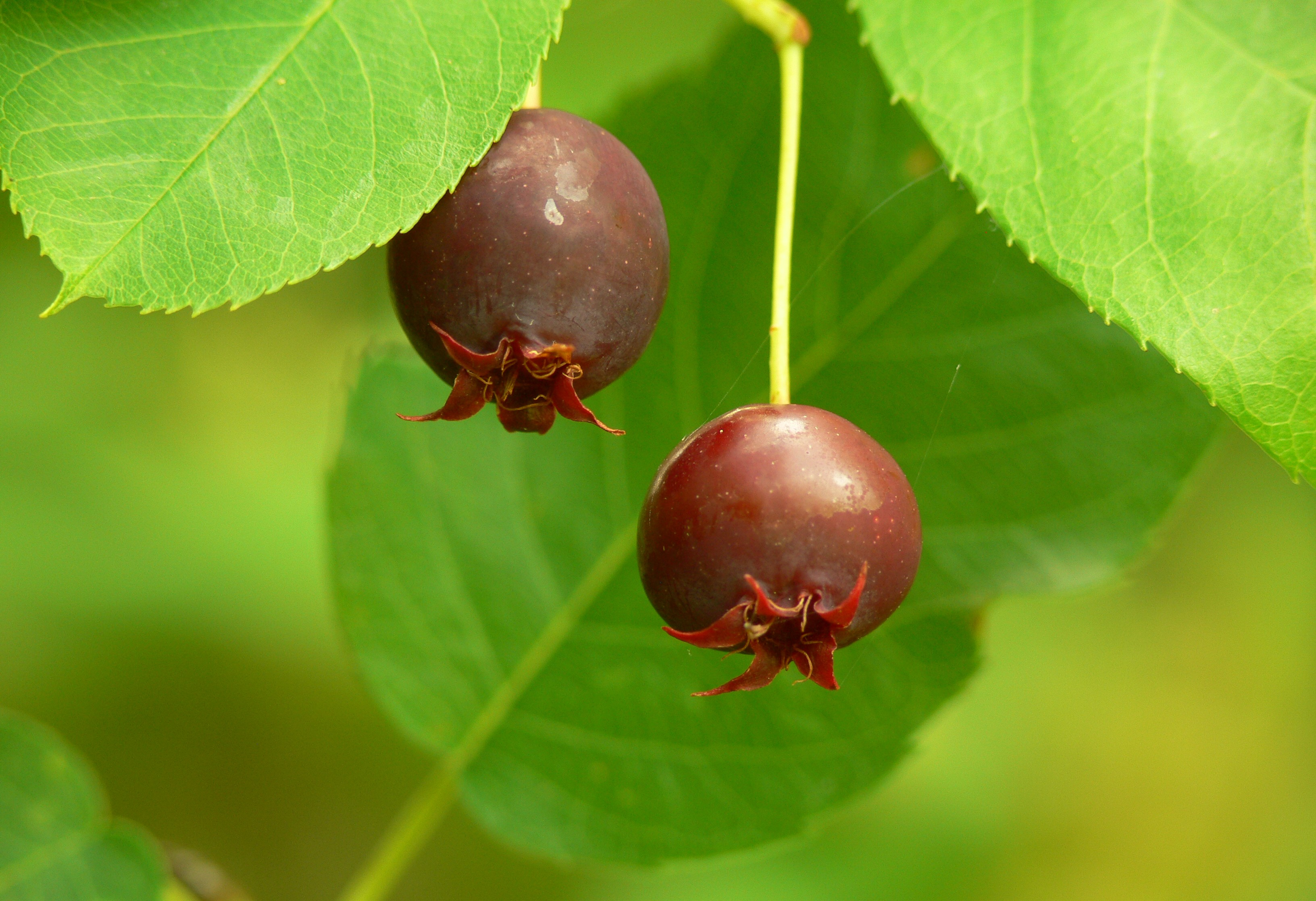
Kupfer-Felsenbirne
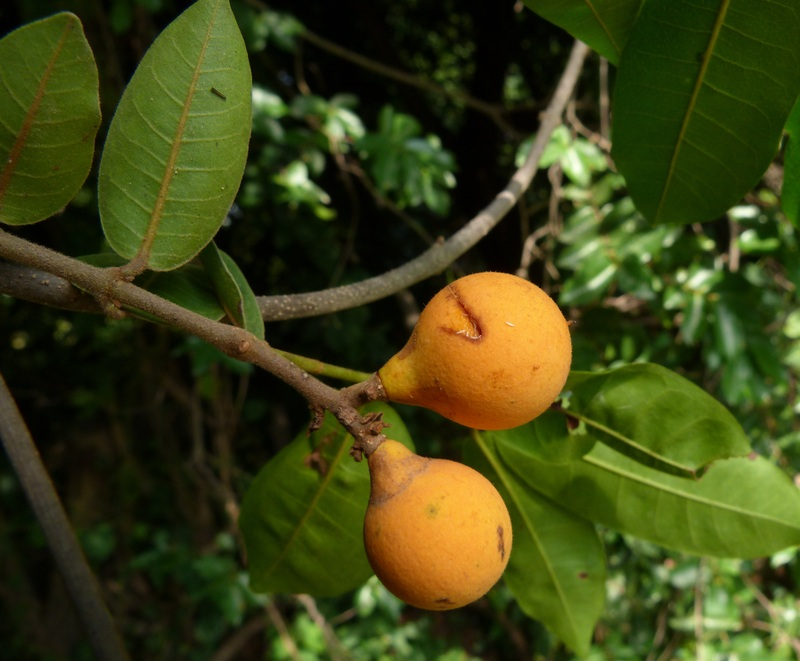
Landolphia heudelotii
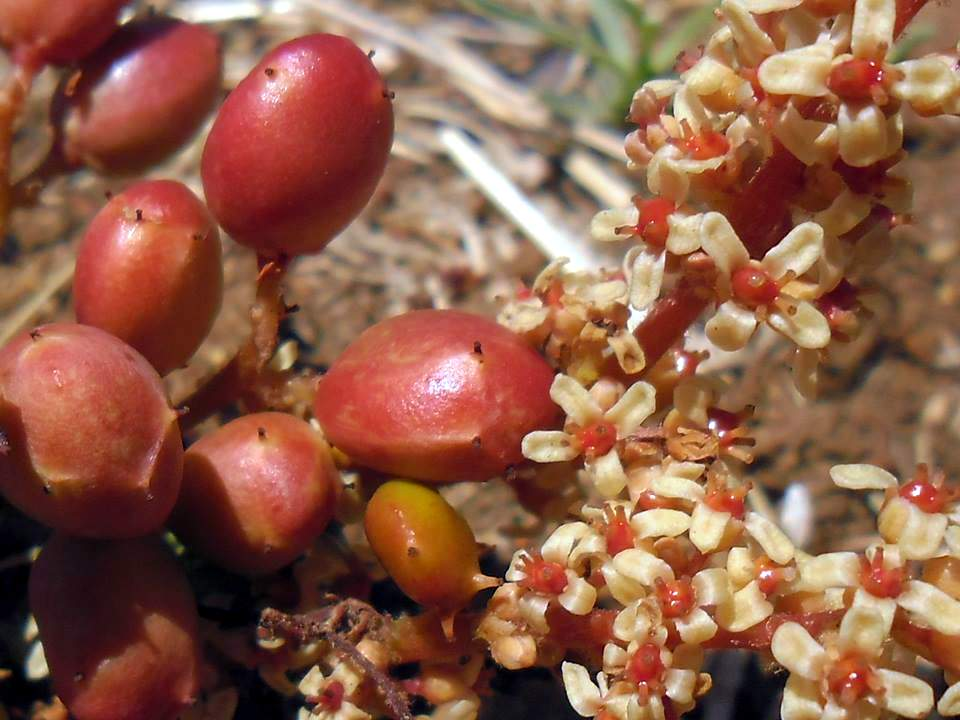
Lannea edulis (ähnlich ist Lannea schimperi)
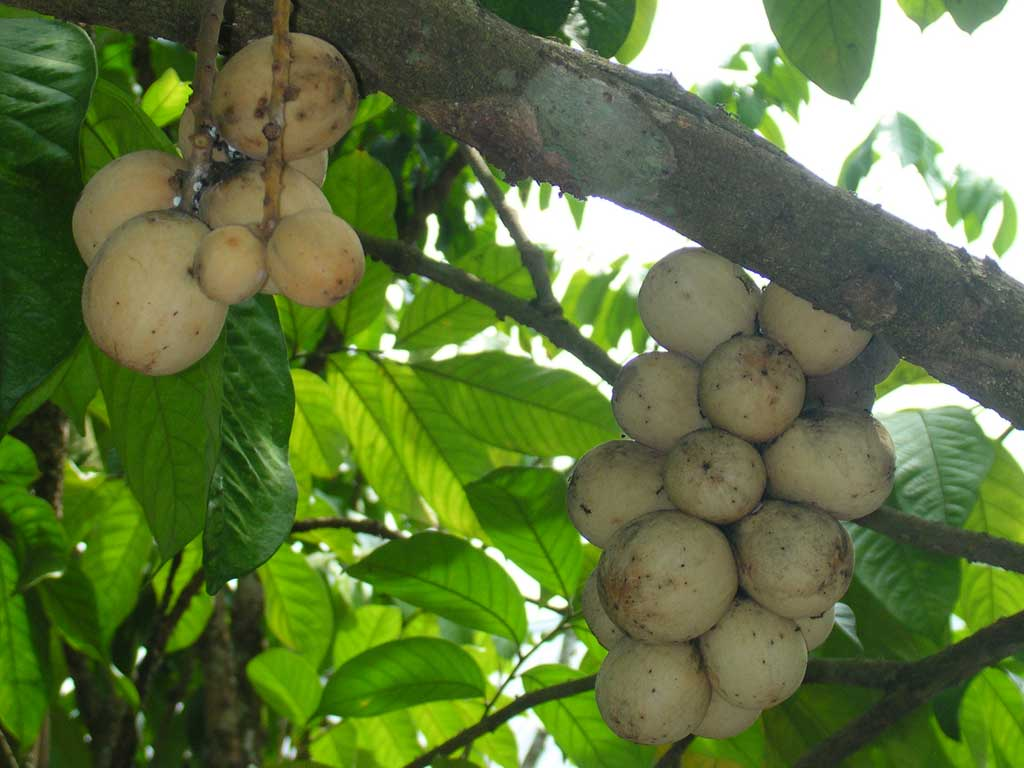
Lansi
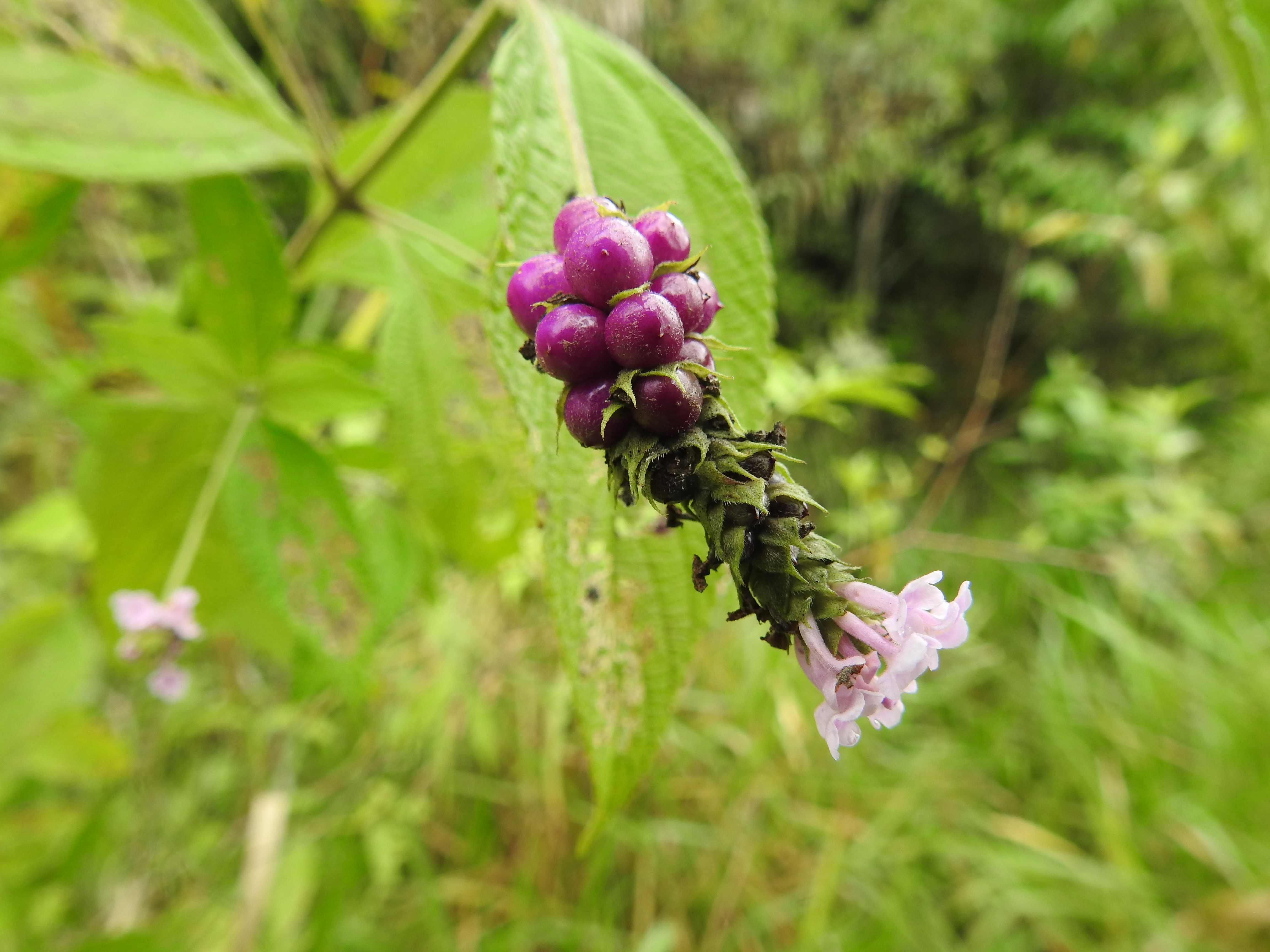
Lantana trifolia
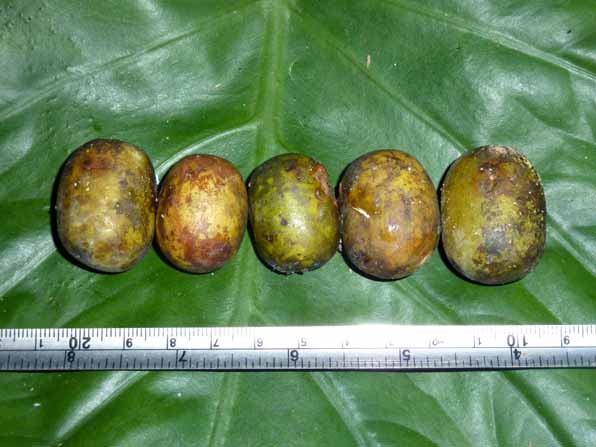
Lapsi
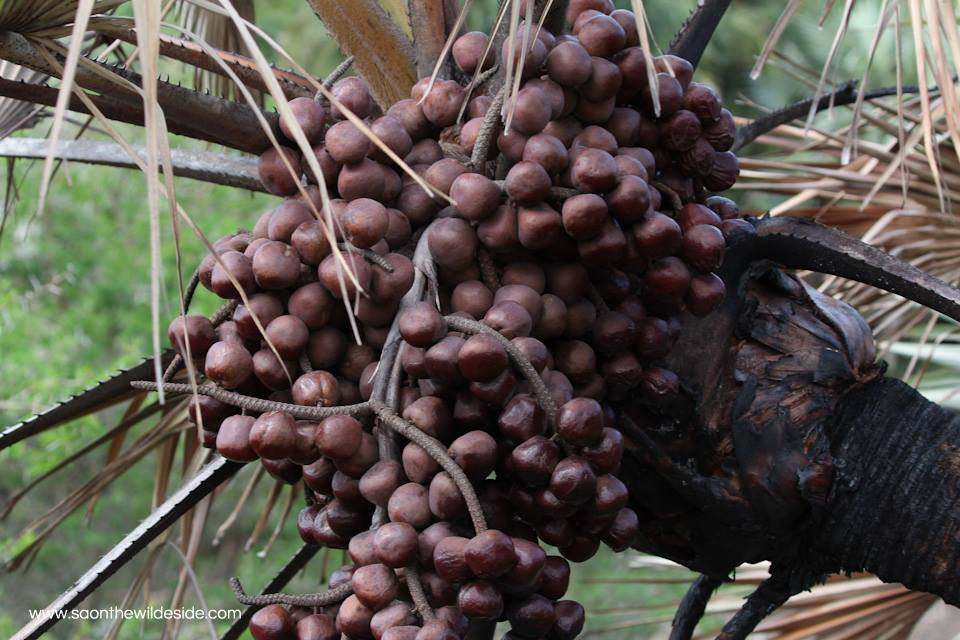
Lebkuchenbeere (Hyphaene coriacea, Hyphaene thebaica)
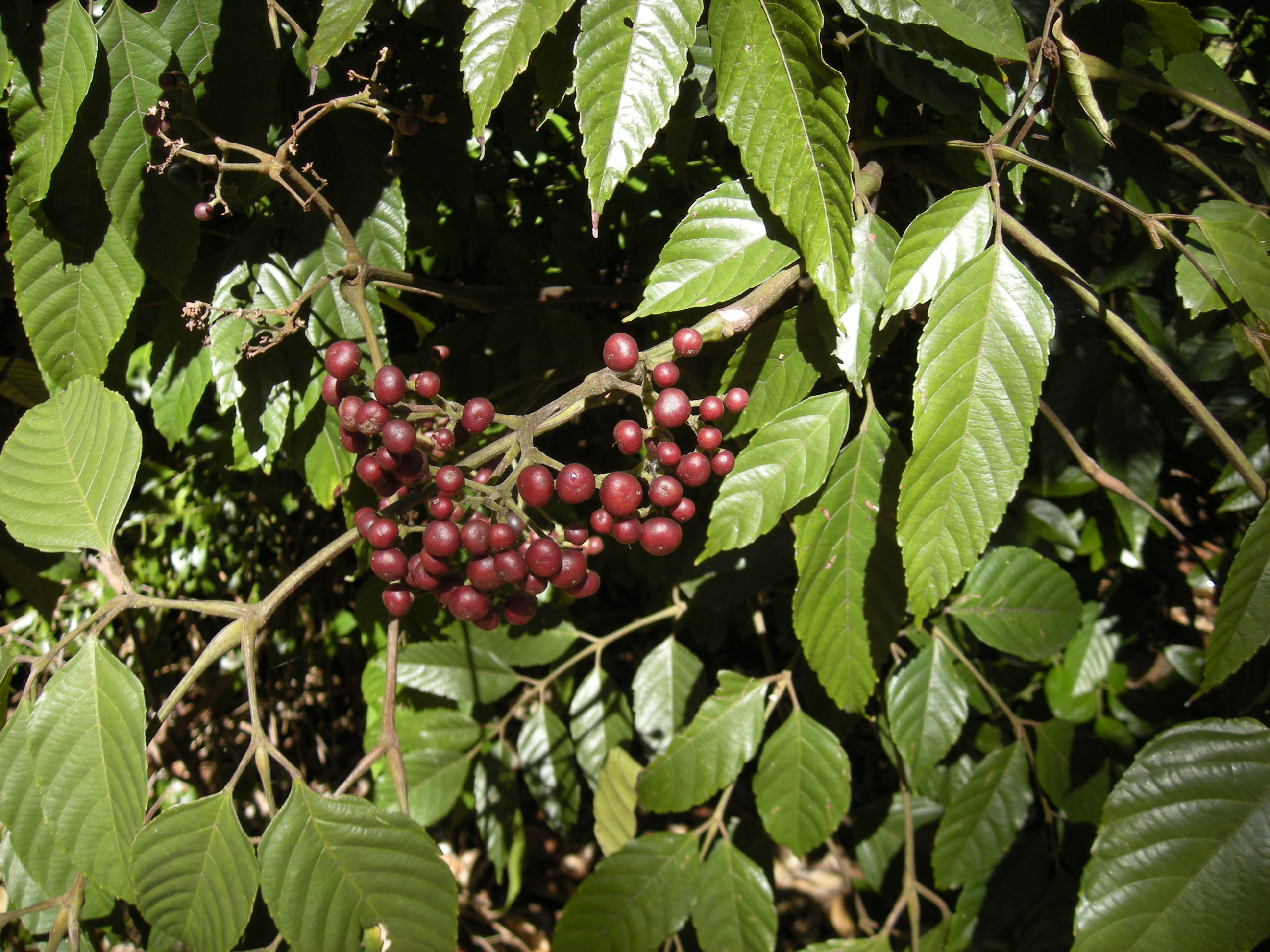
Leea indica
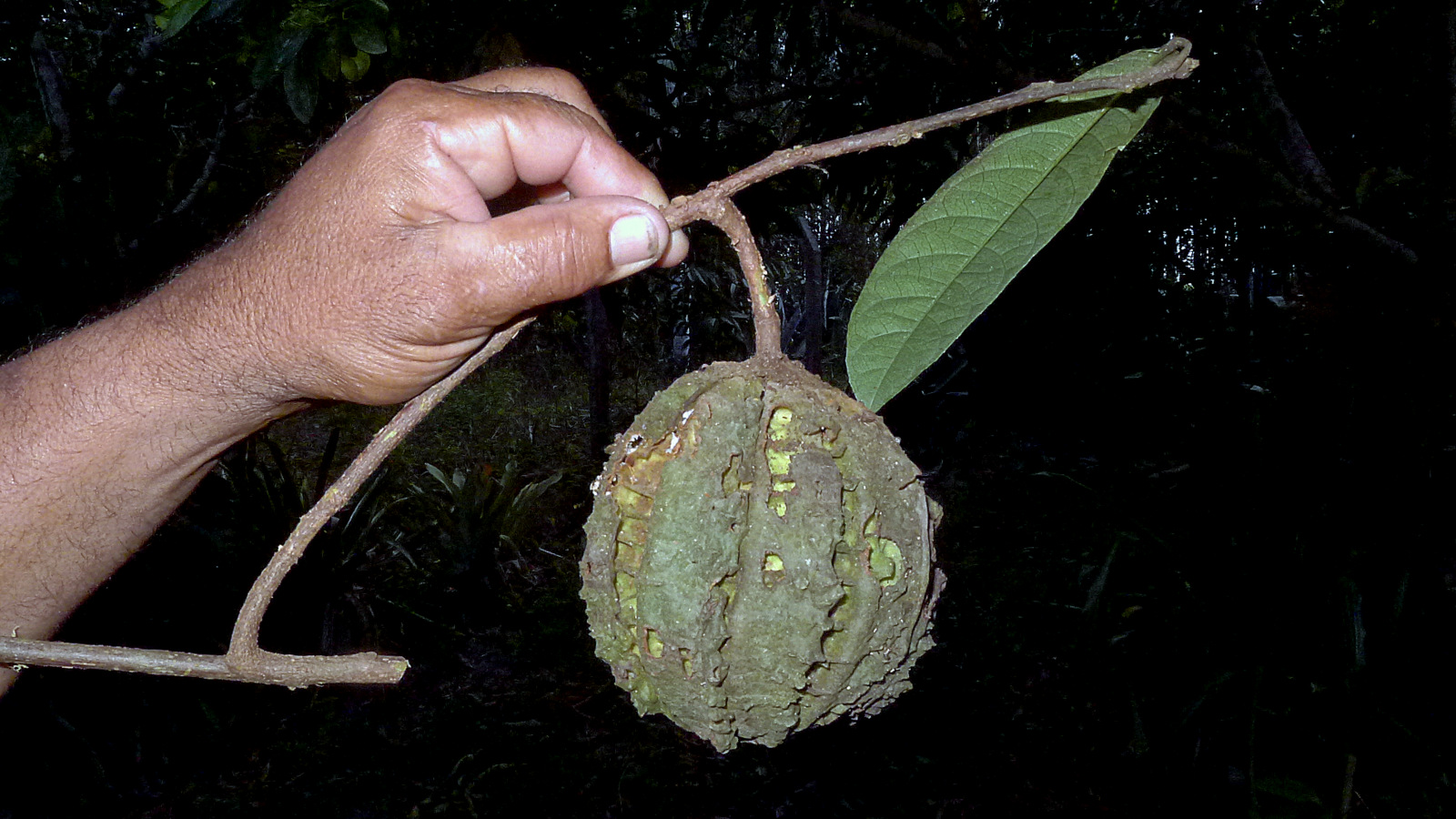
Leprafrucht (Sapucainha)
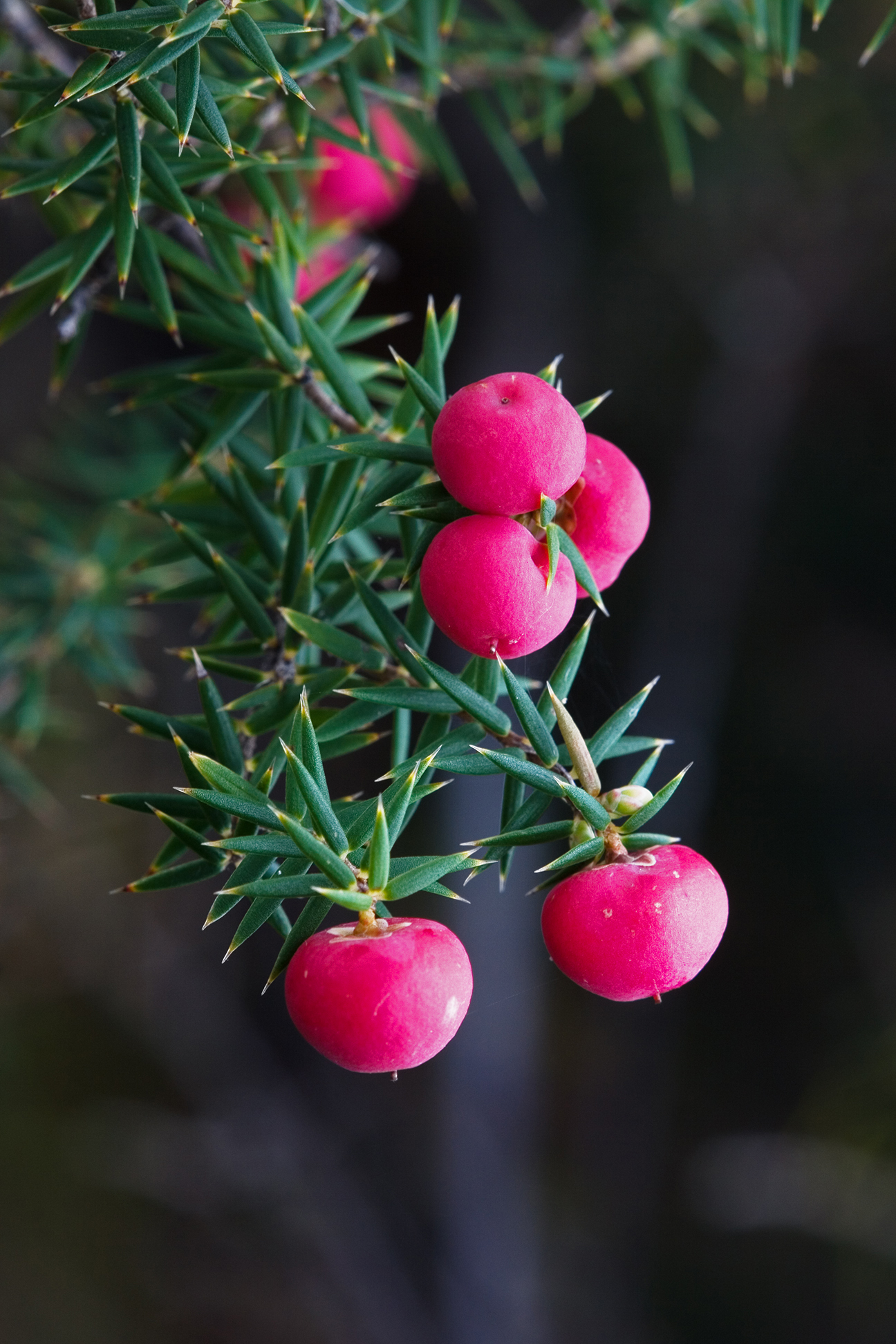
Leptecophylla juniperina
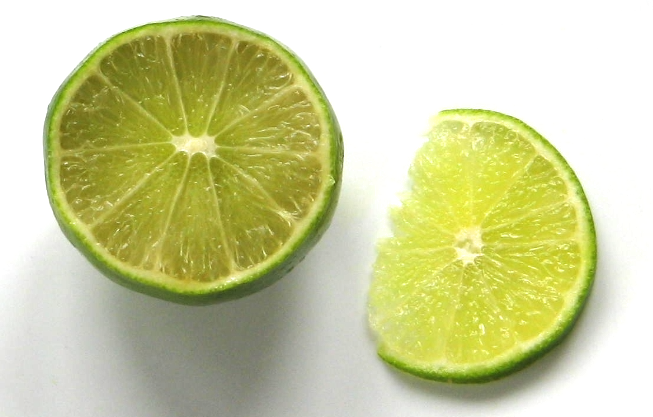
Echte Limette
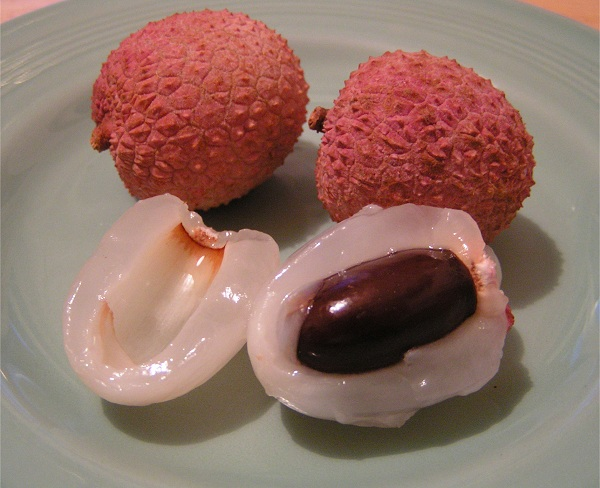
Litschi
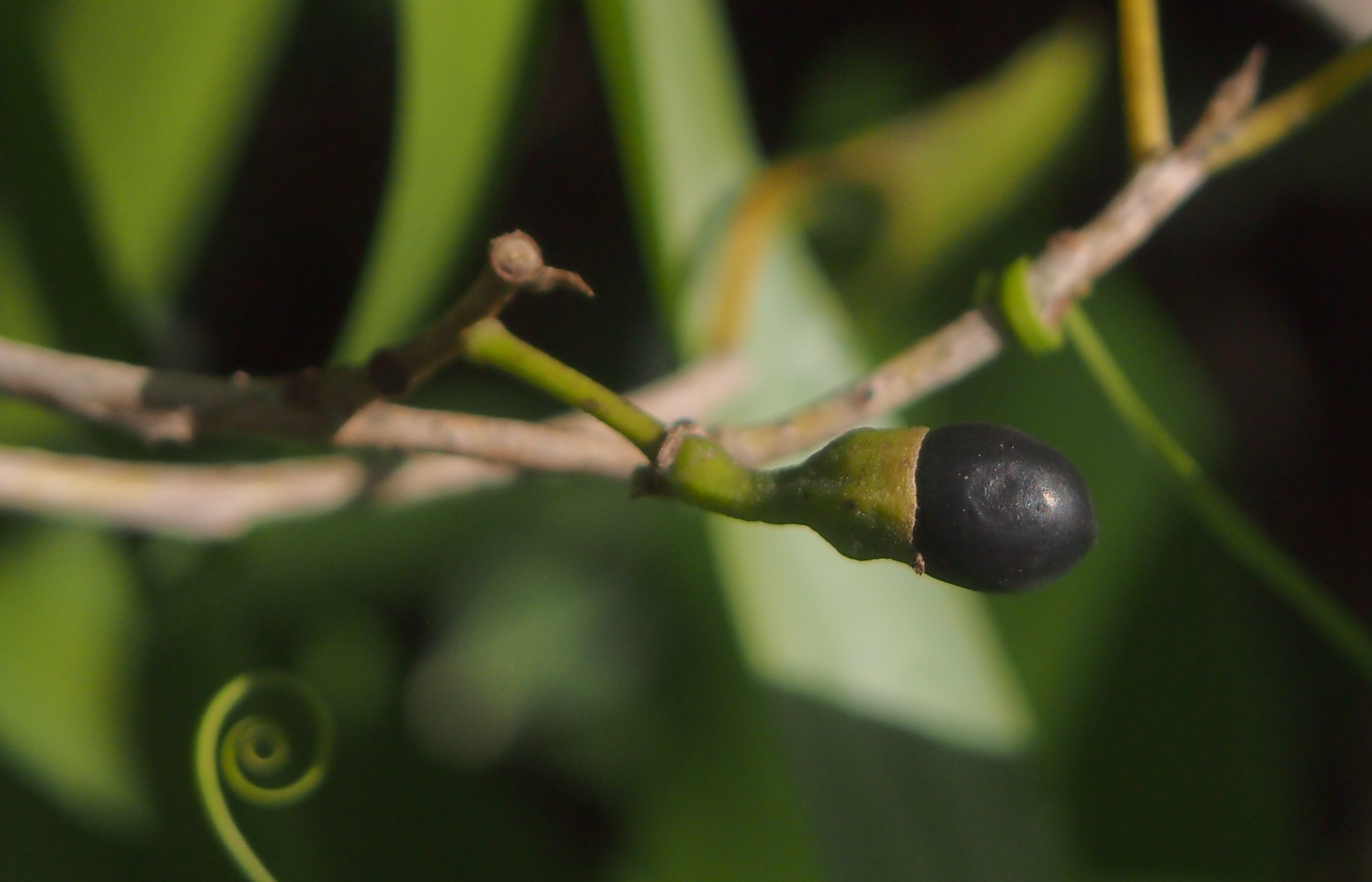
Litsea glutinosa (ähnliches Bild)
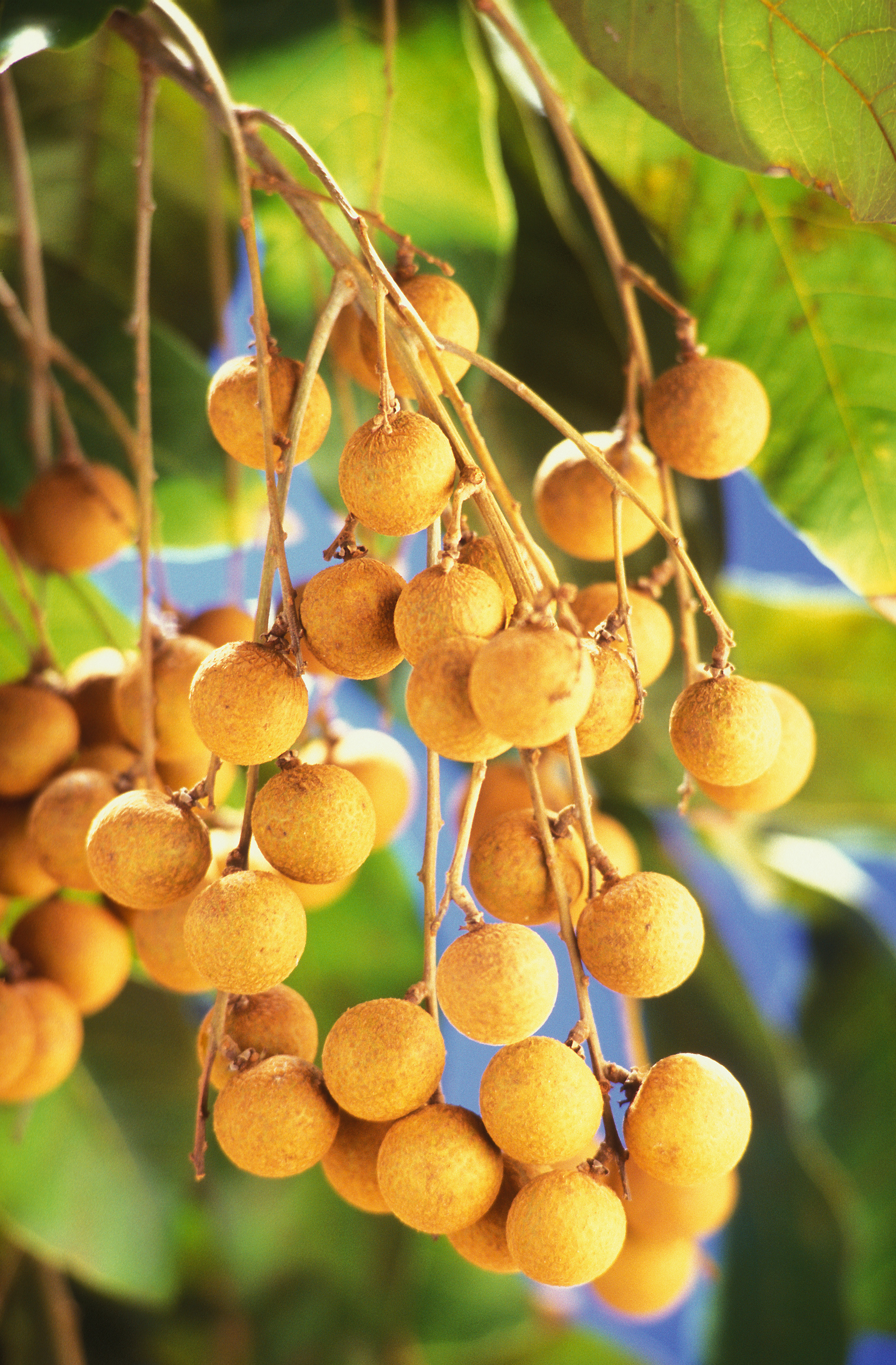
Longan
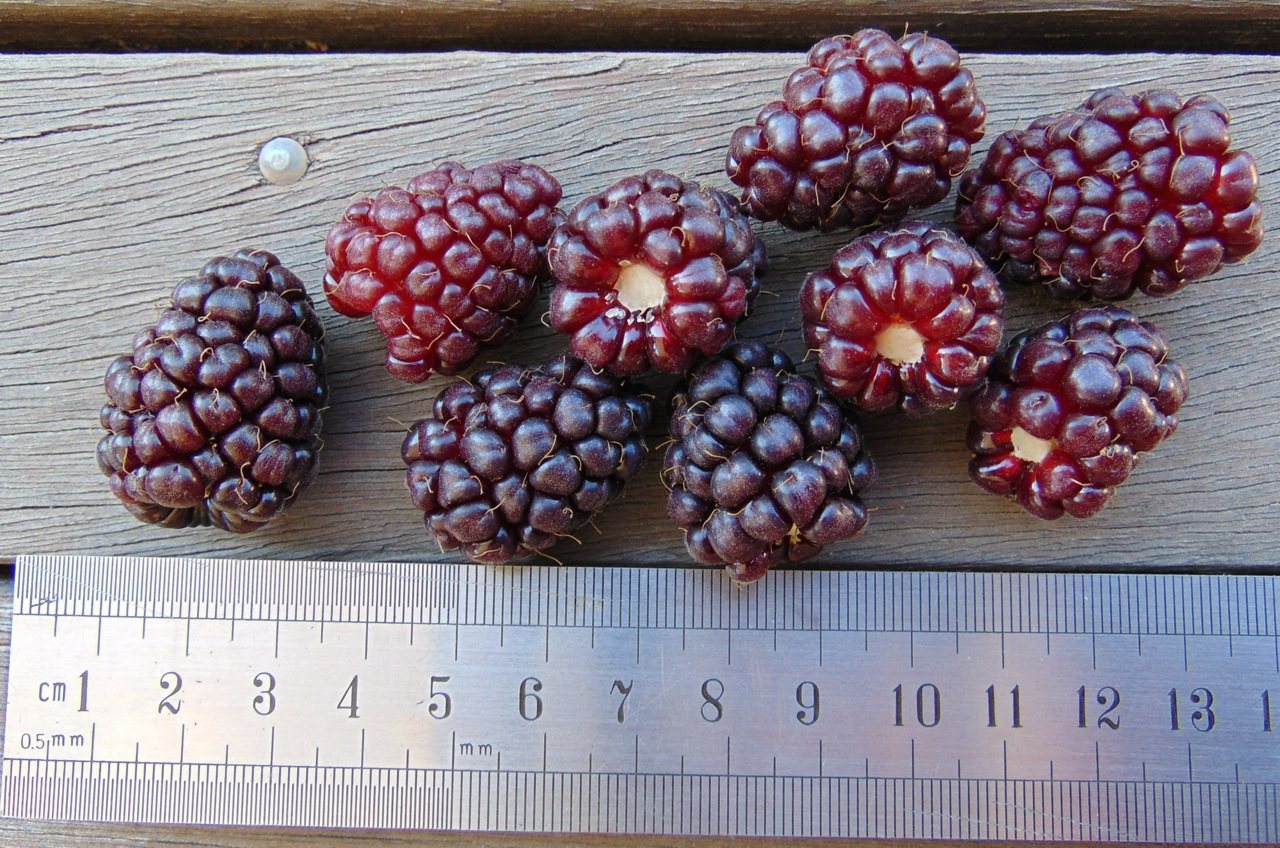
Loganbeere
Lotuspflaume
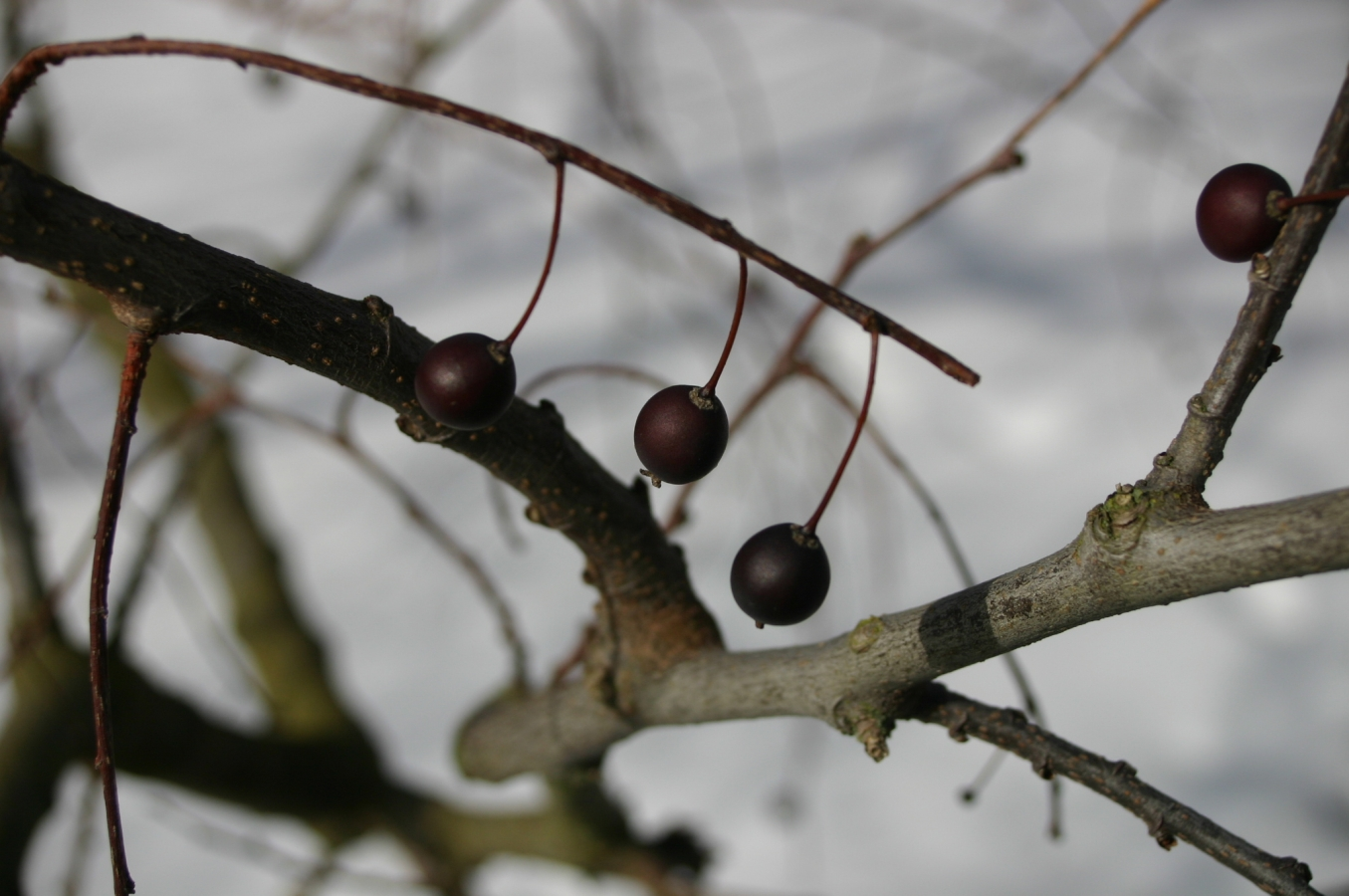
Lotuspflaume, Lotusbeere (Amerikanischer Zürgelbaum, Europäischer Zürgelbaum)
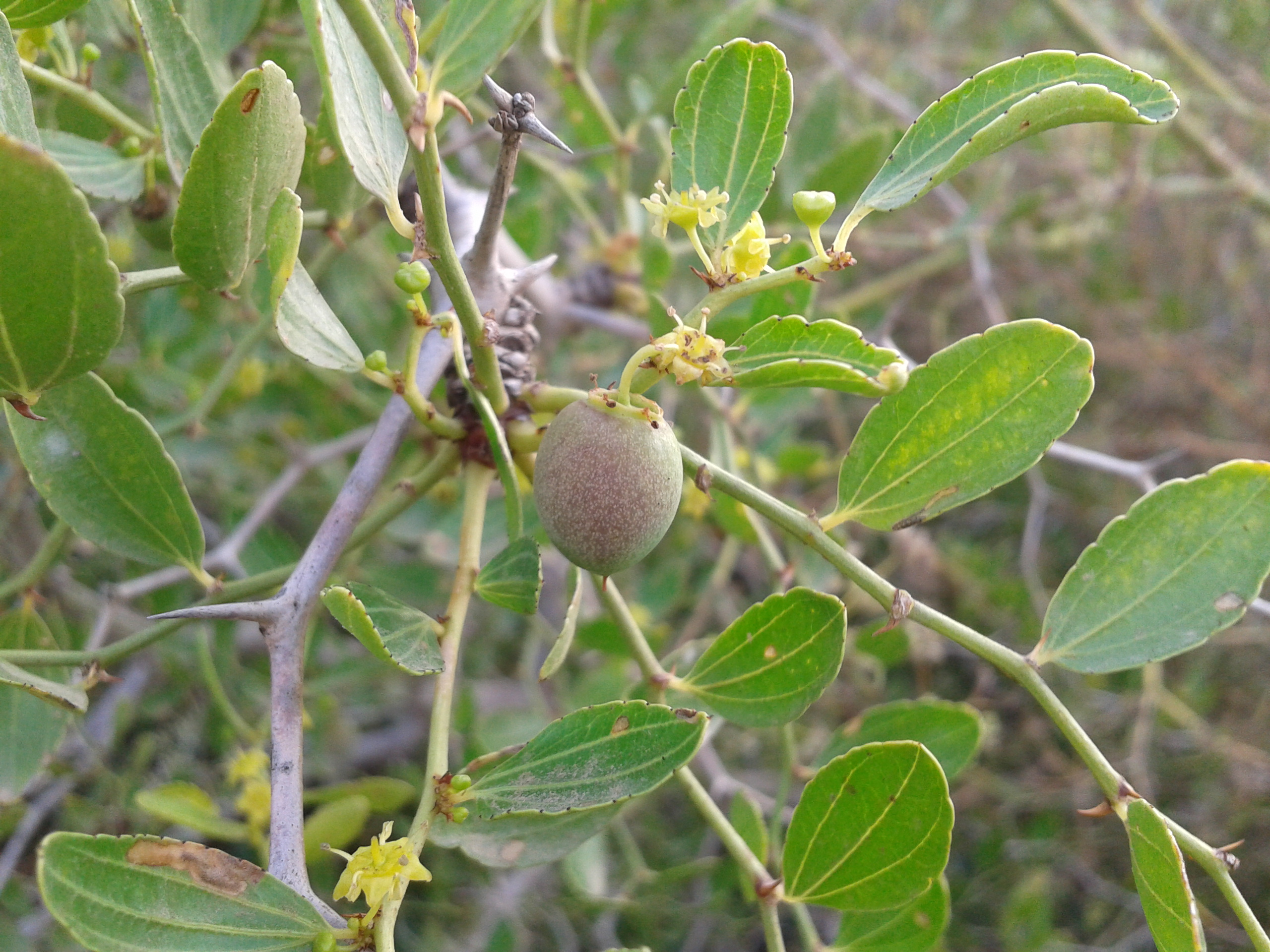
Lotuspflaume, Wilde Jujube (Ziziphus lotus)
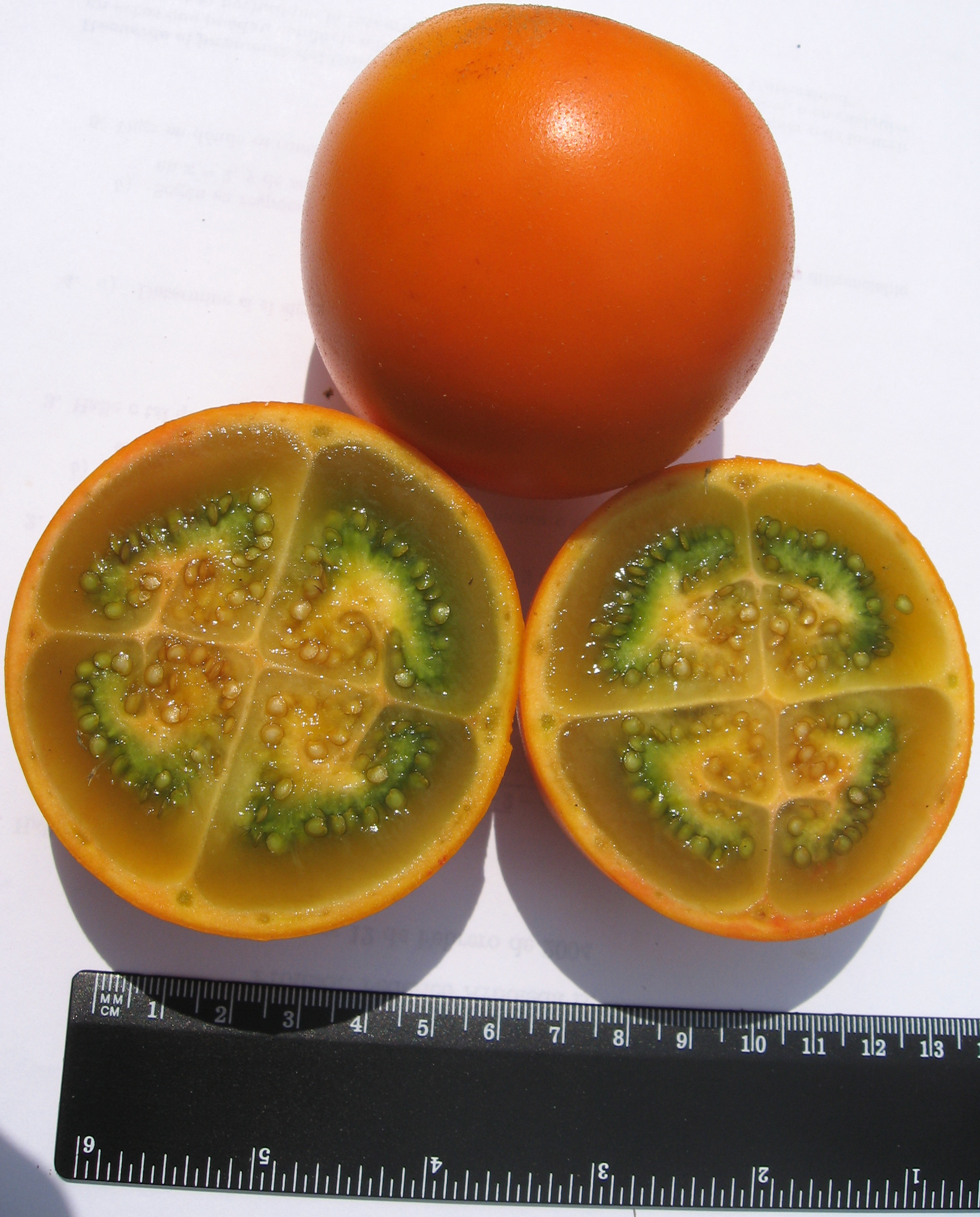
Lulo (Naranjilla)
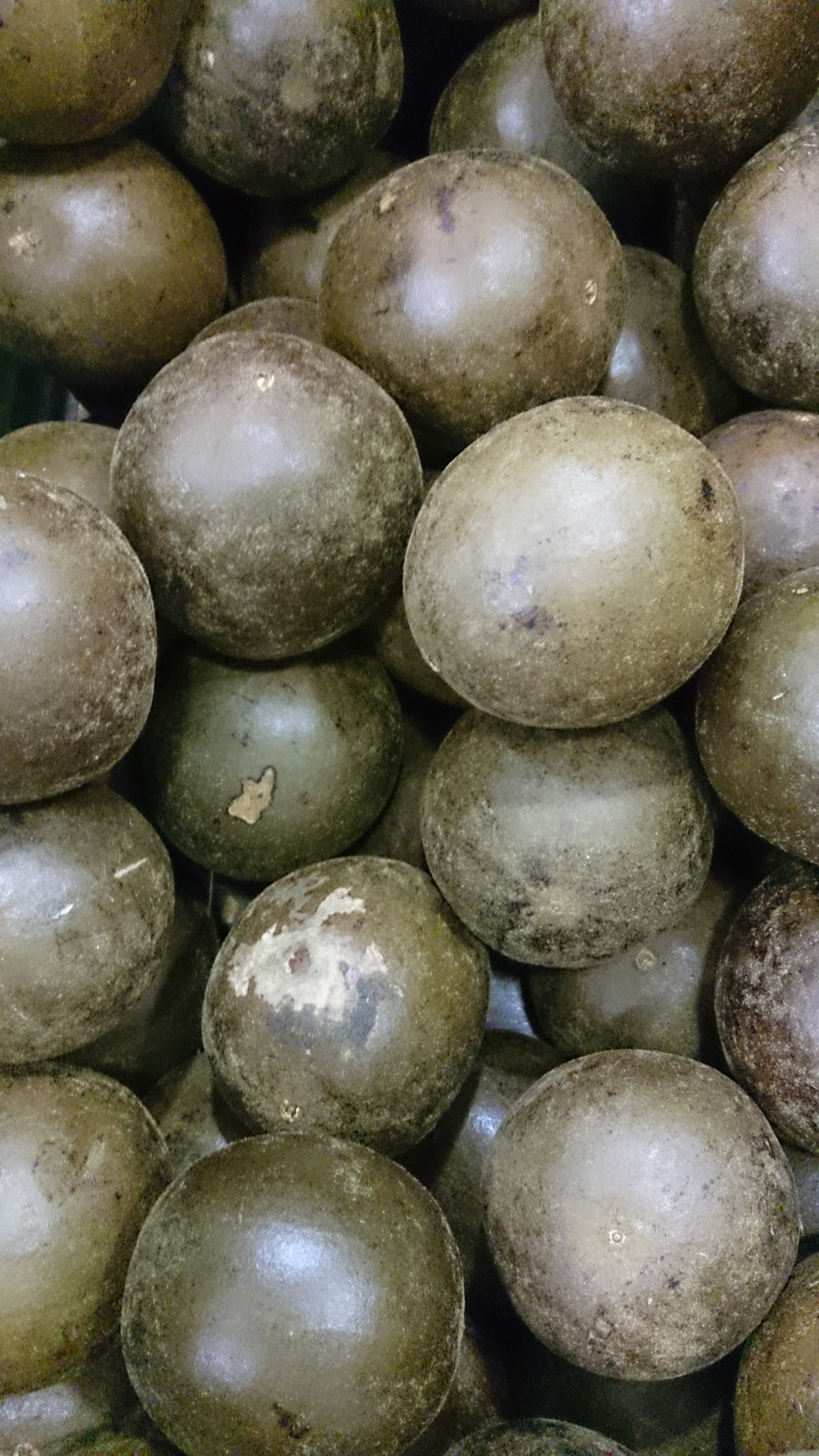
Luo Han Guo
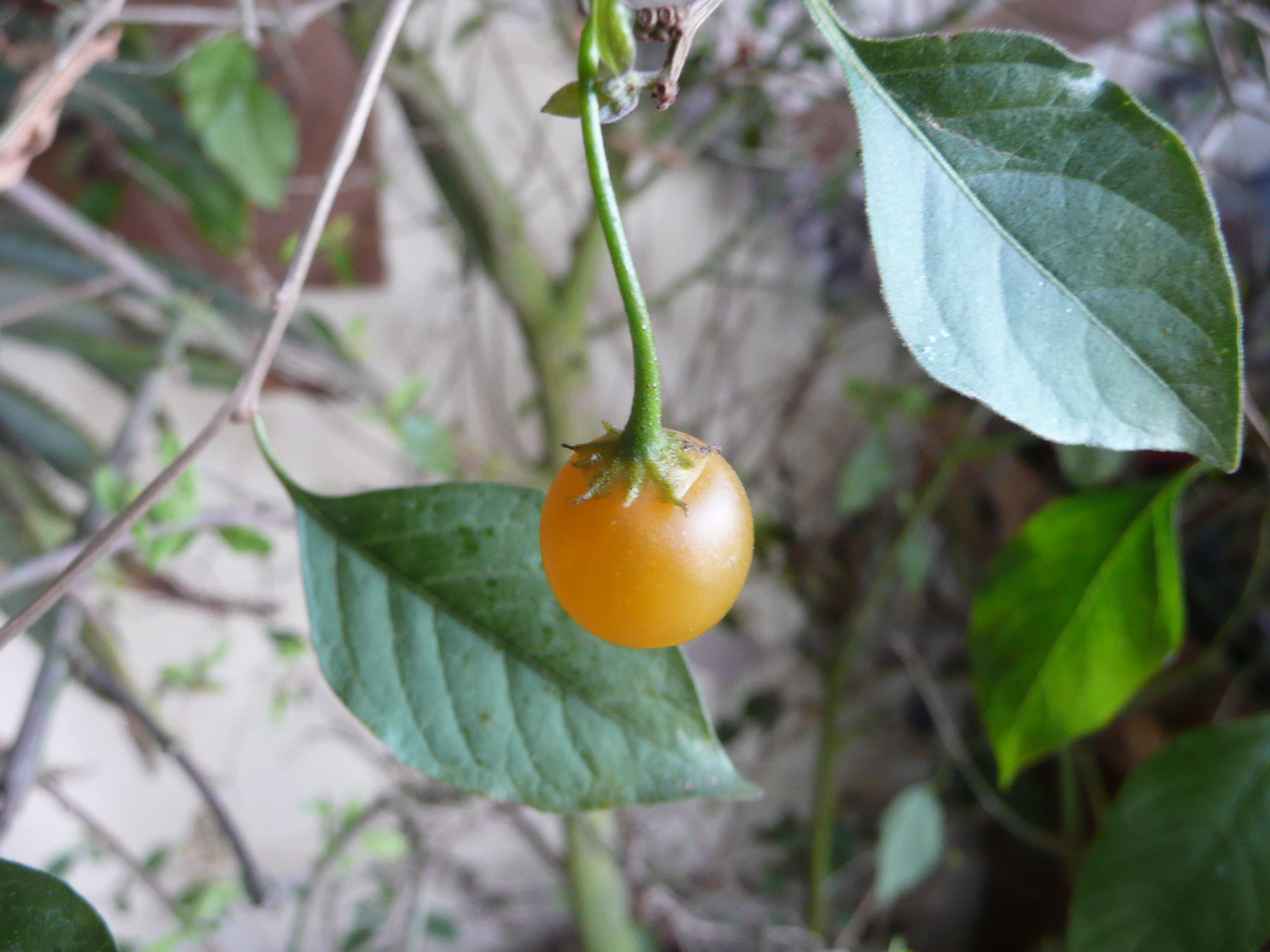
Lycianthes pilifera, Lycianthes repens (ähnliches Bild)
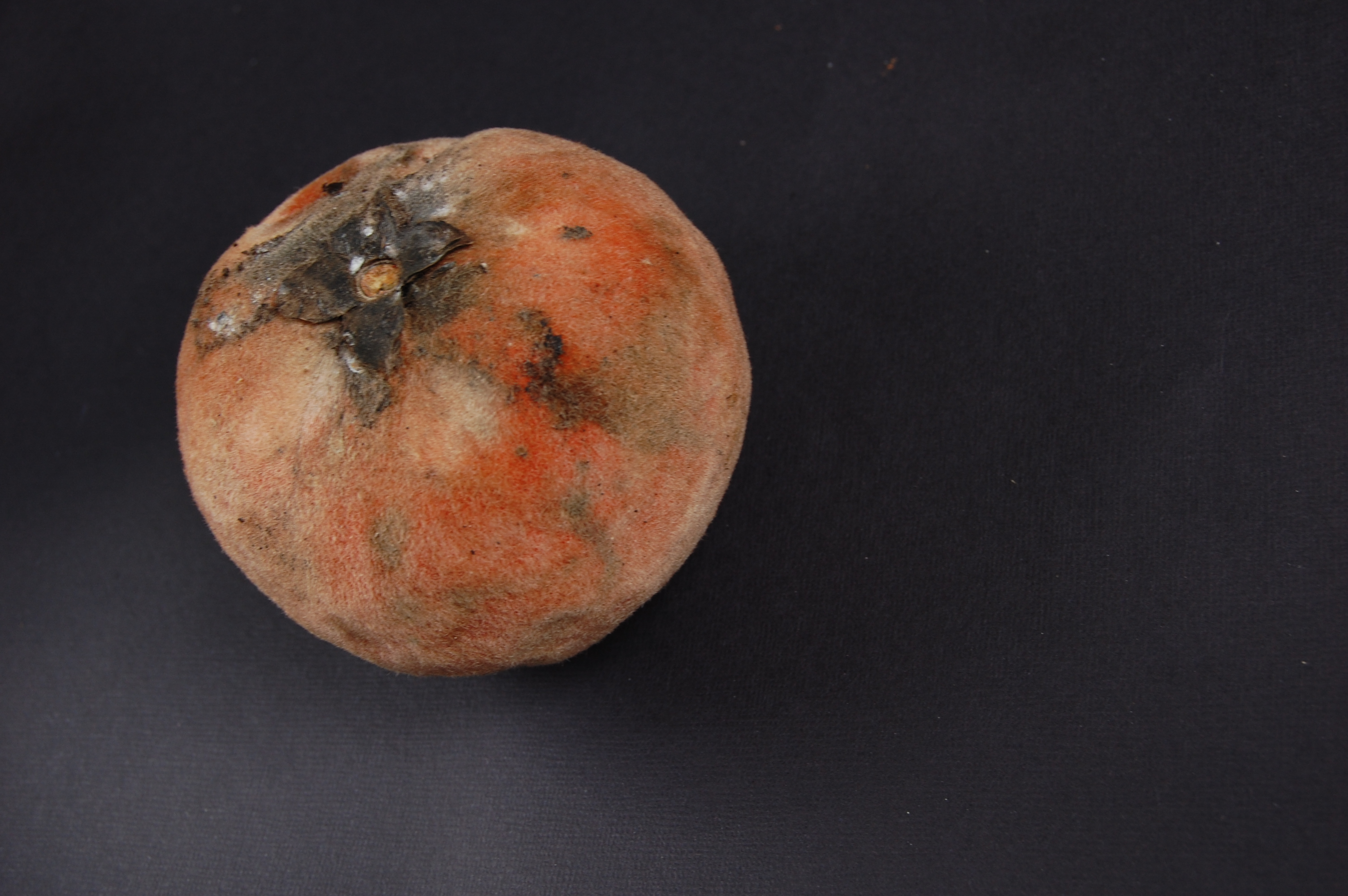
Mabolo
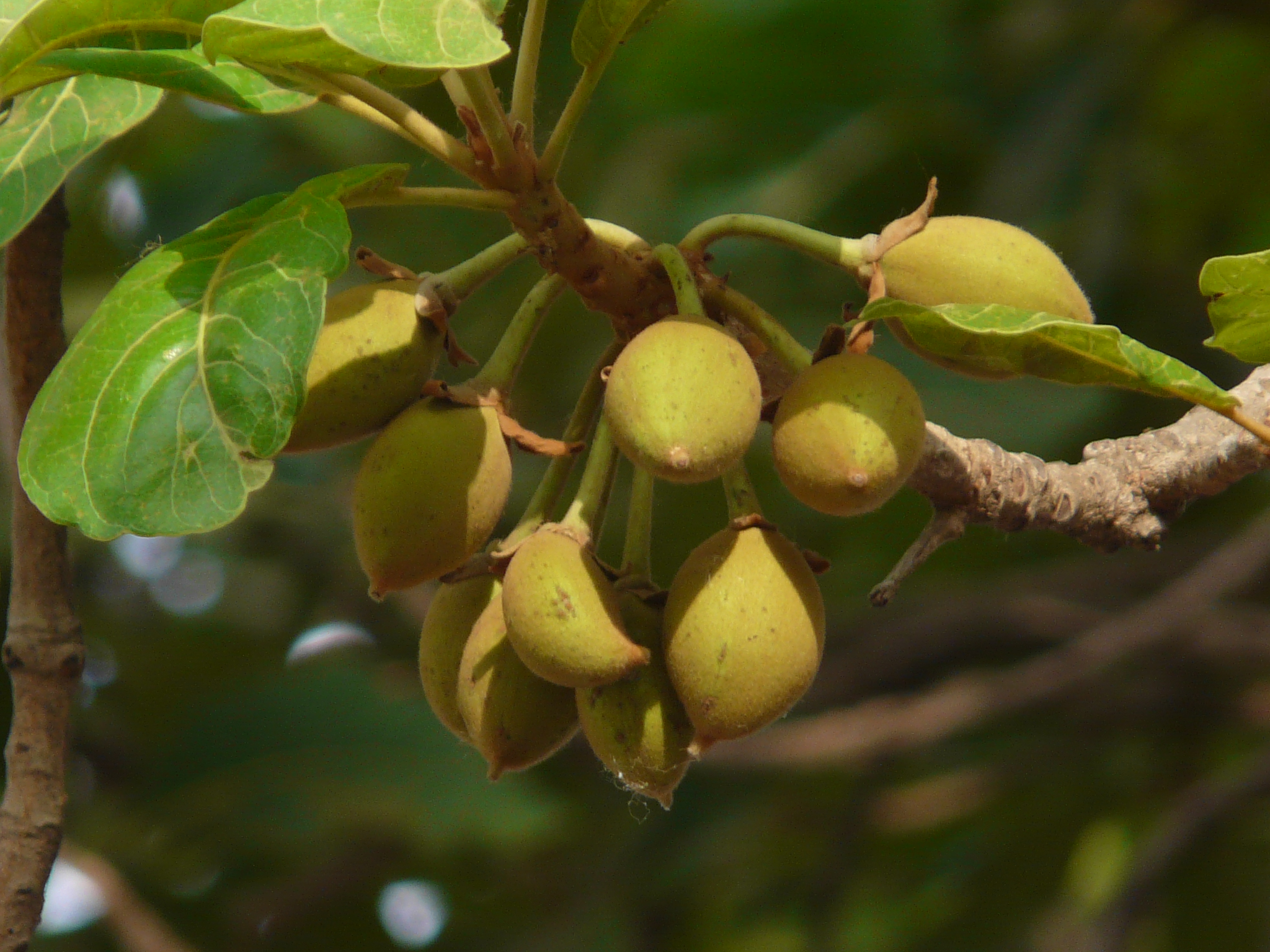
Madhuca longifolia (Mahua, Mohua)
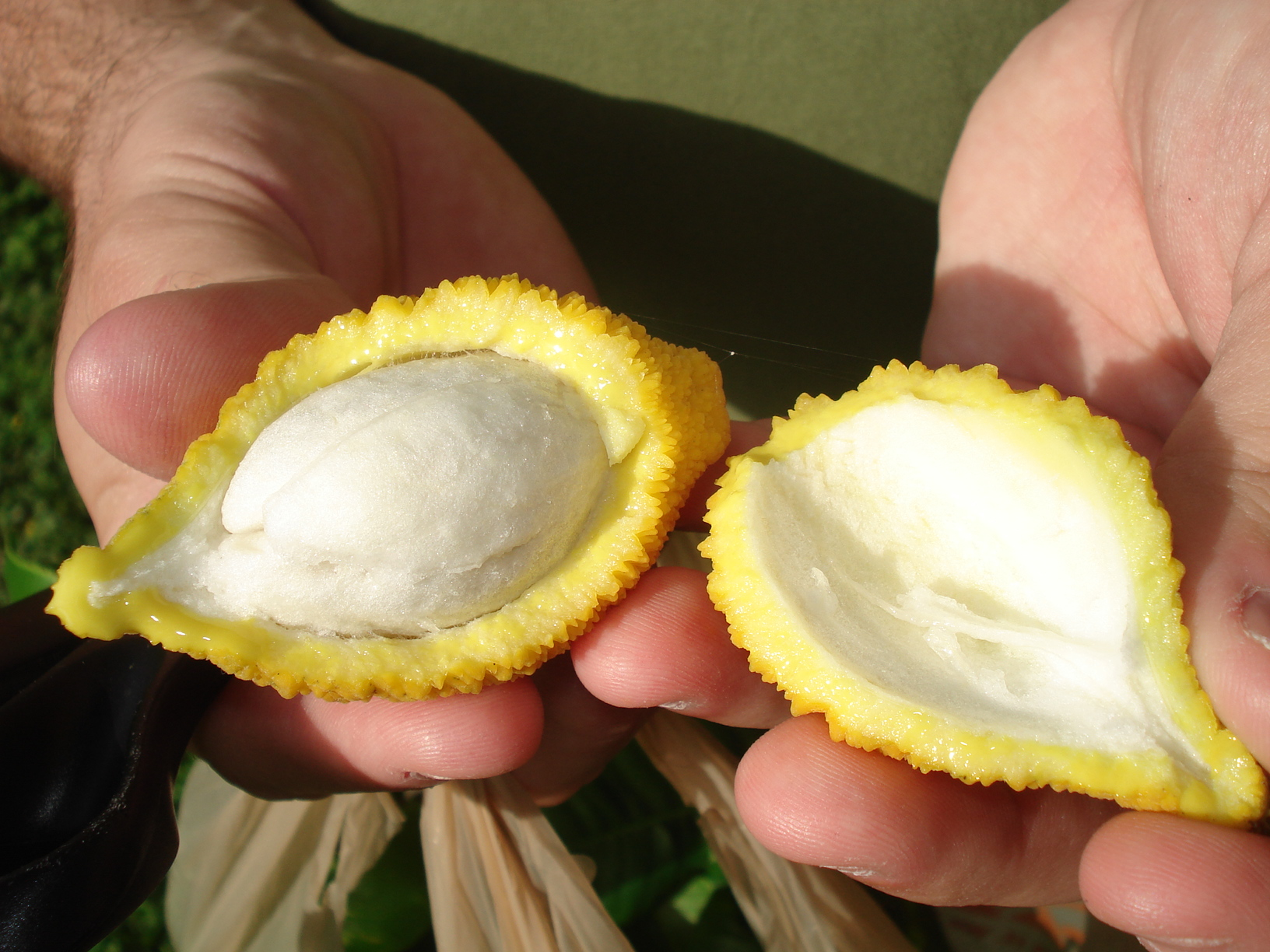
Madruno (Ocoro)
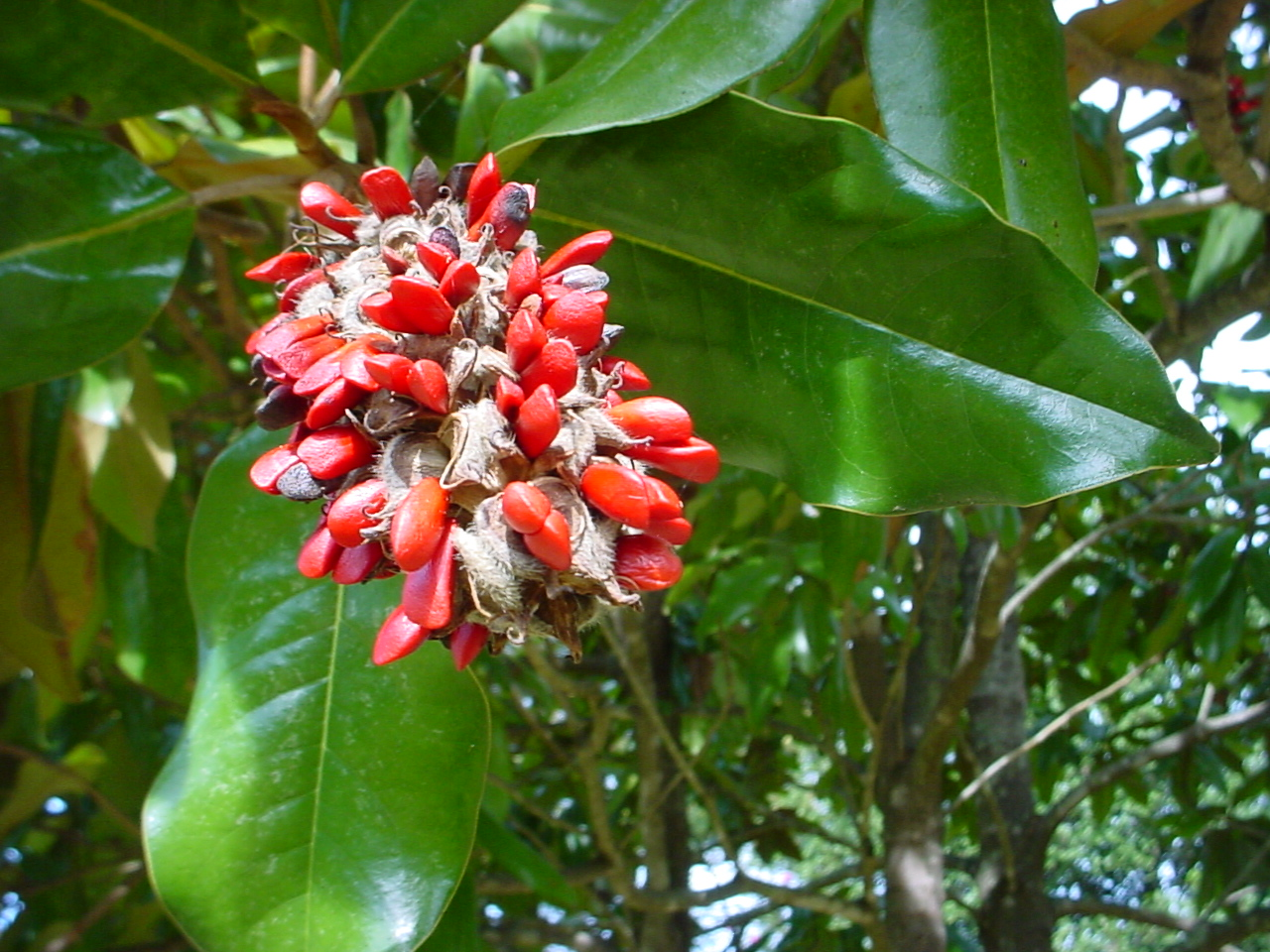
Magnolienfrucht
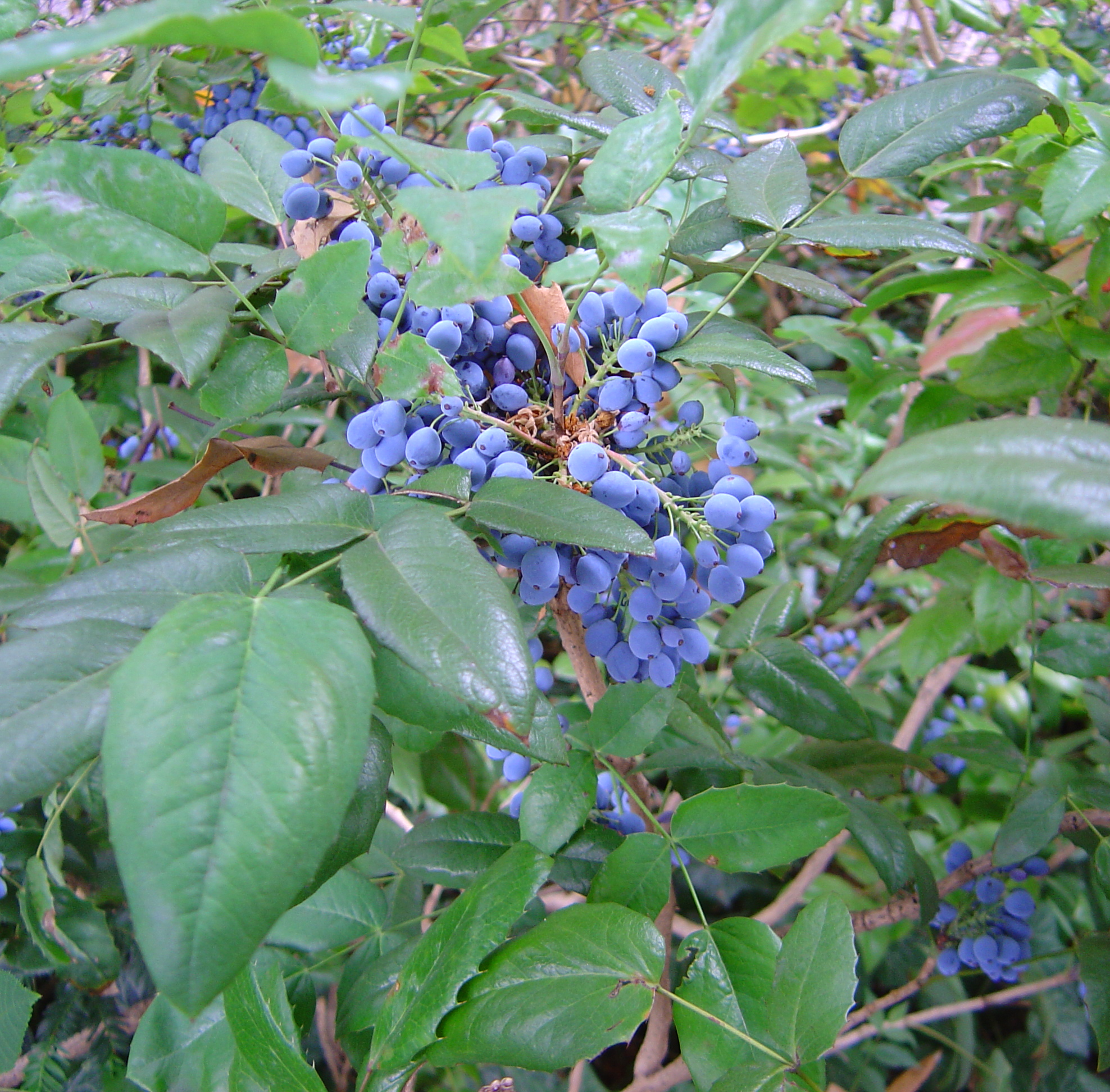
Mahonie
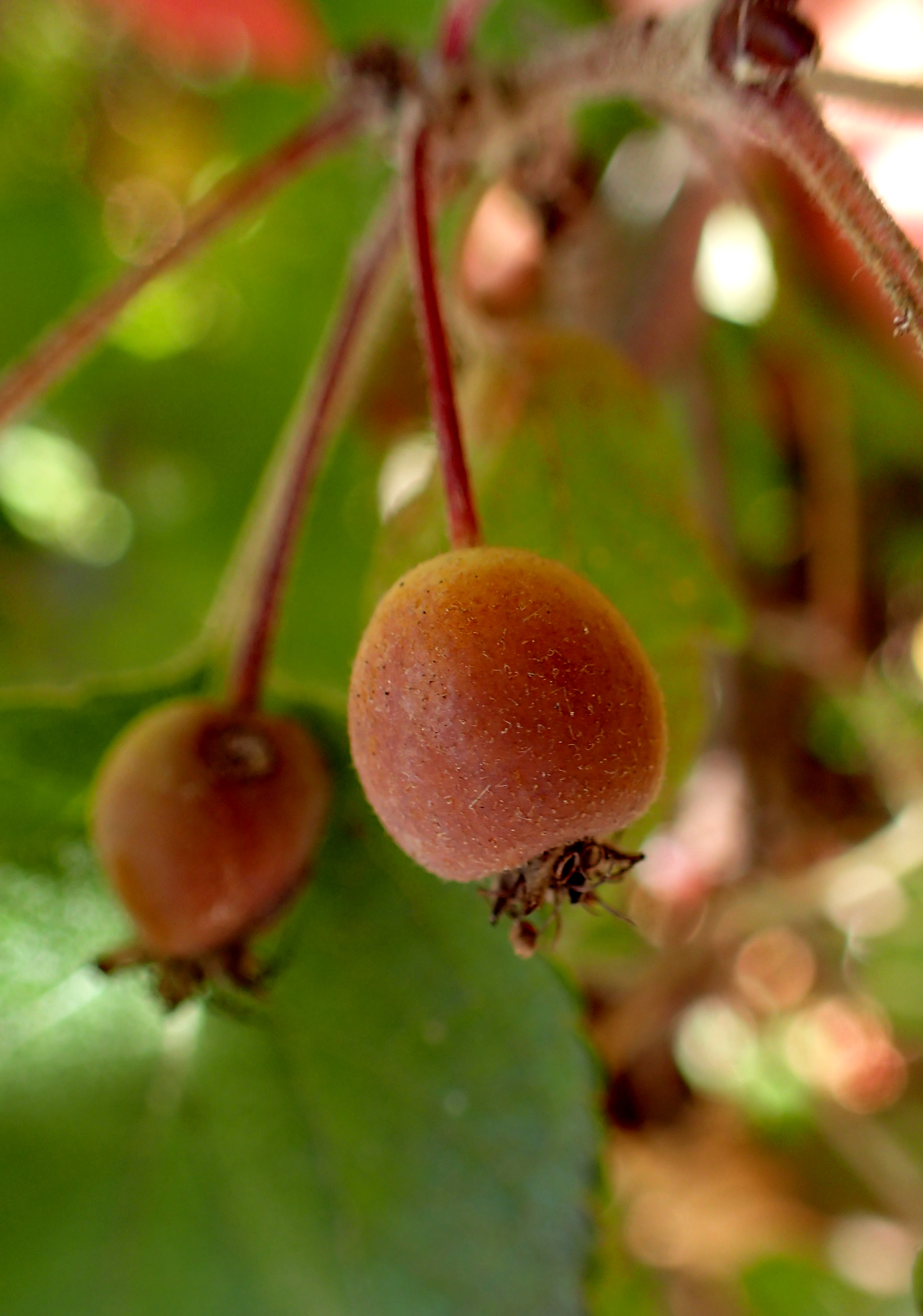
Malus fusca
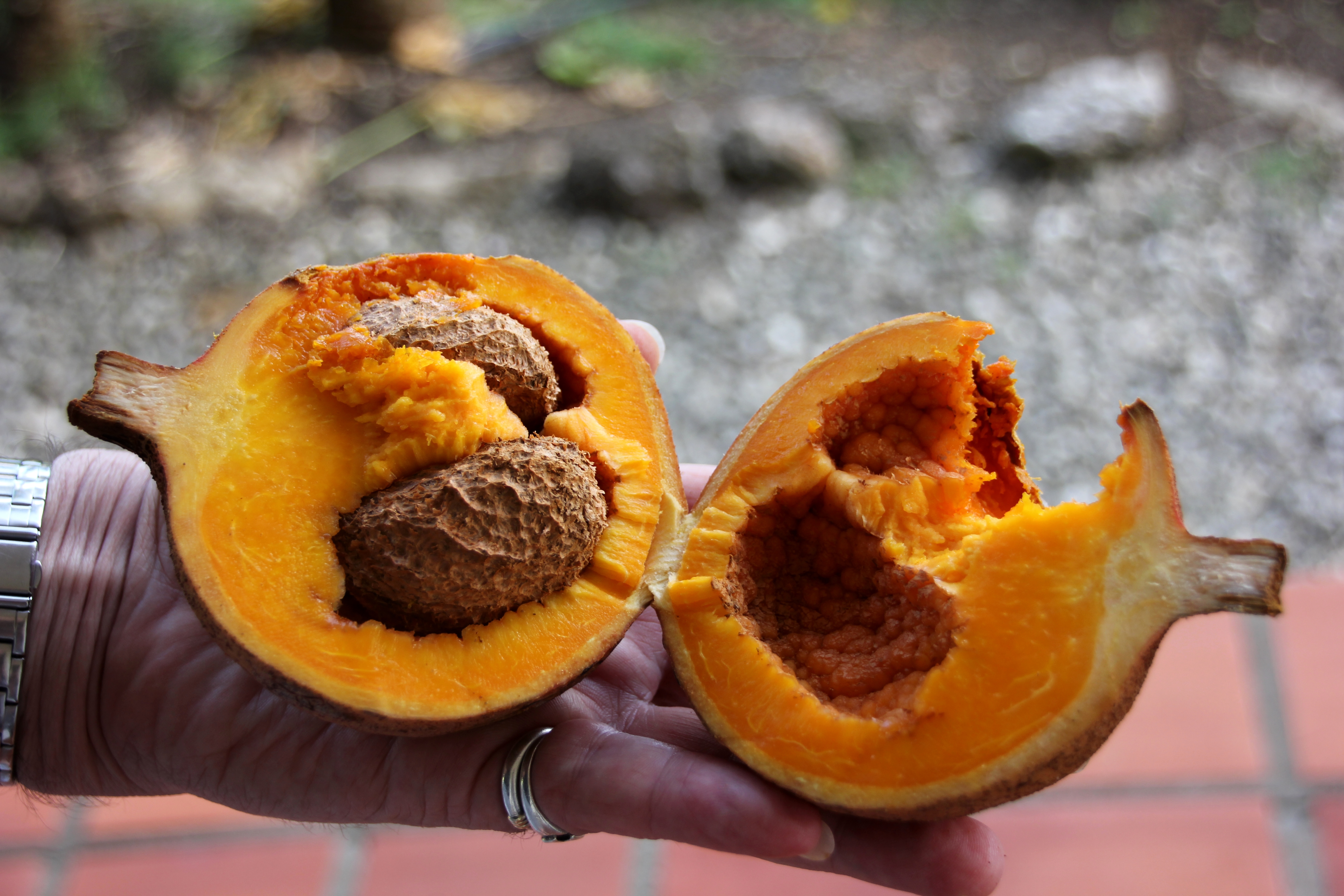
Mammiapfel
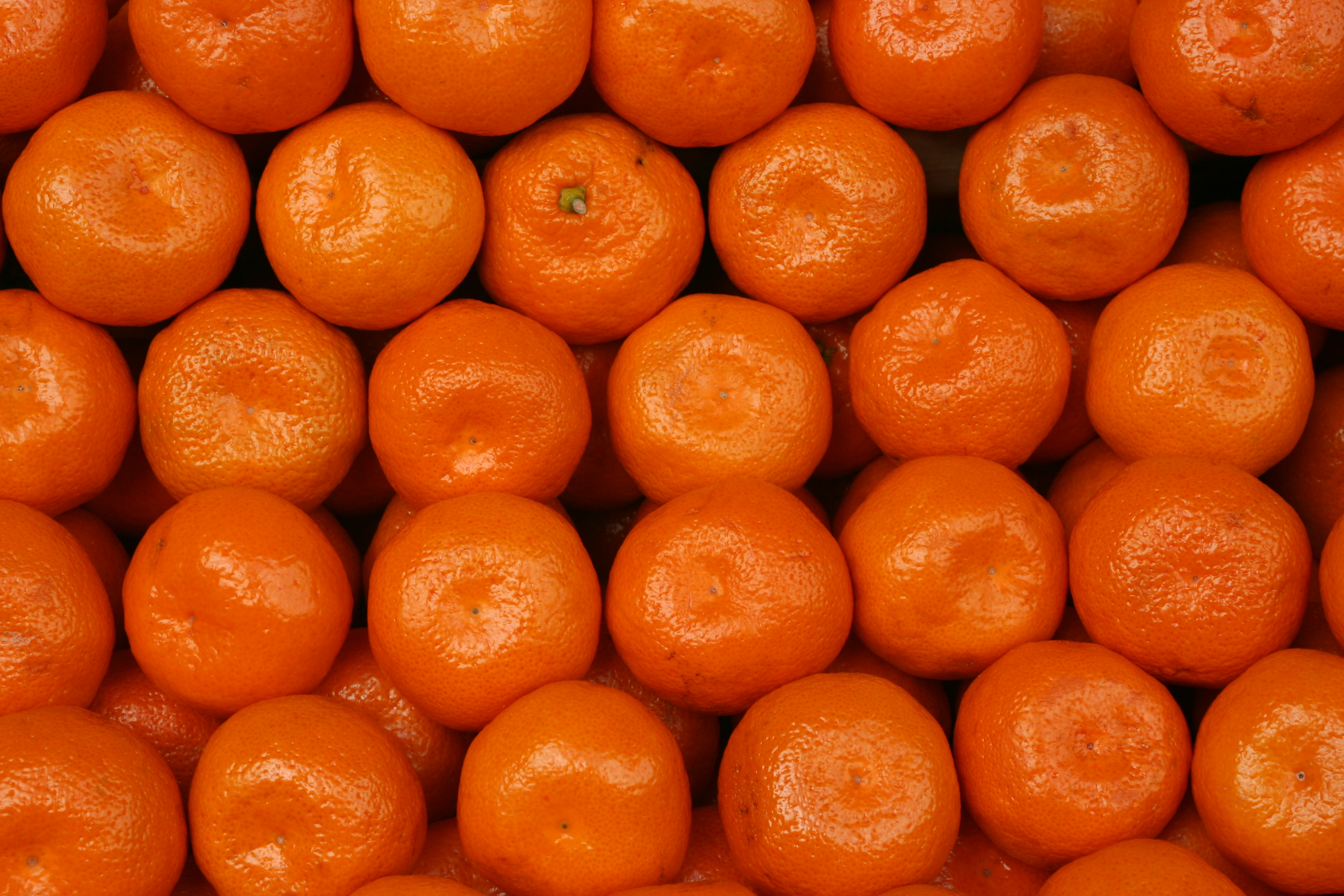
Mandarine
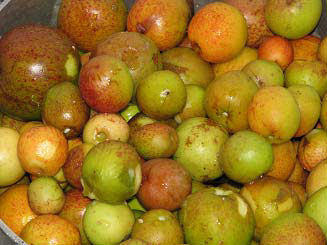
Mangaba (Mangabeira)
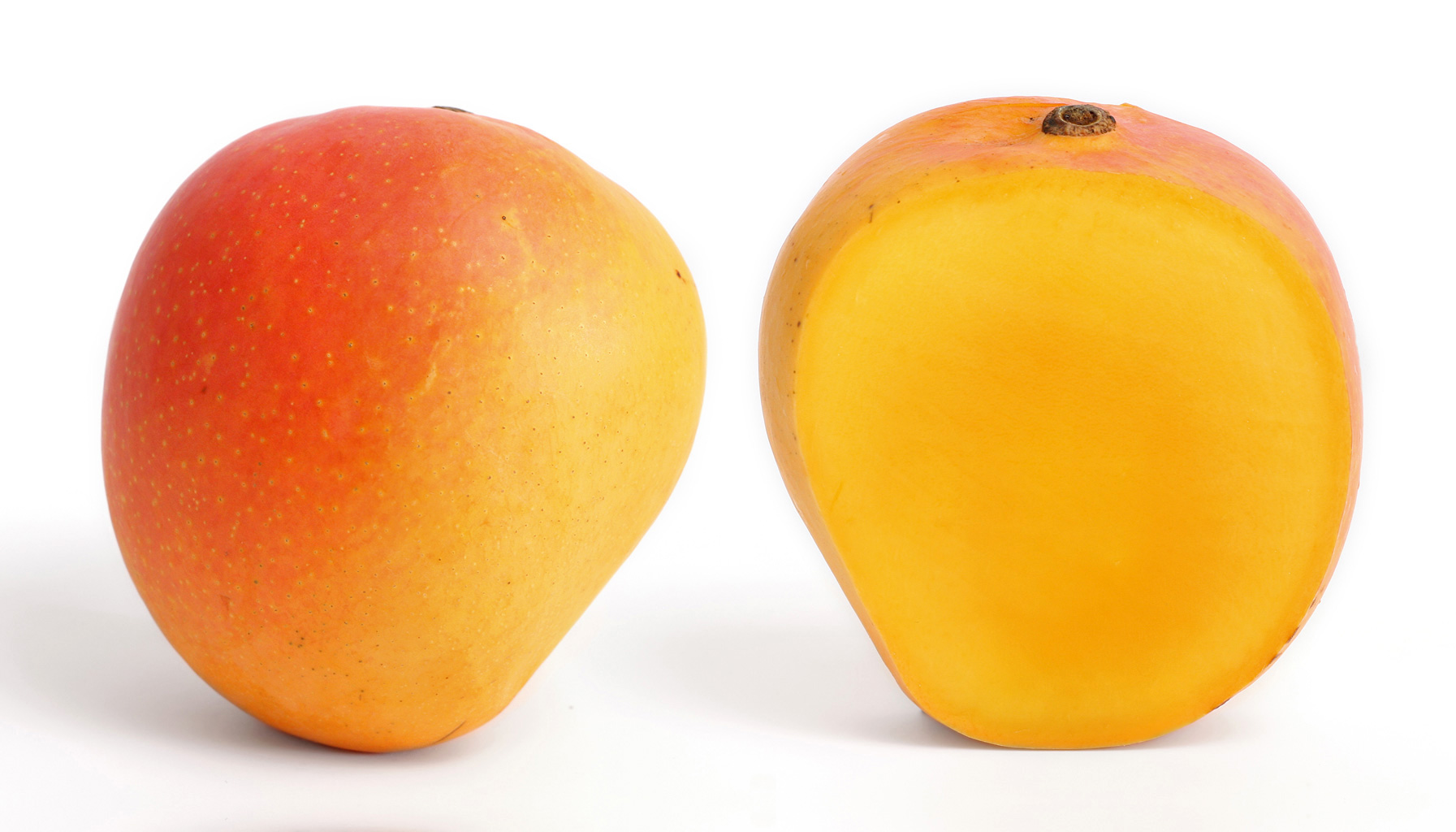
Mango
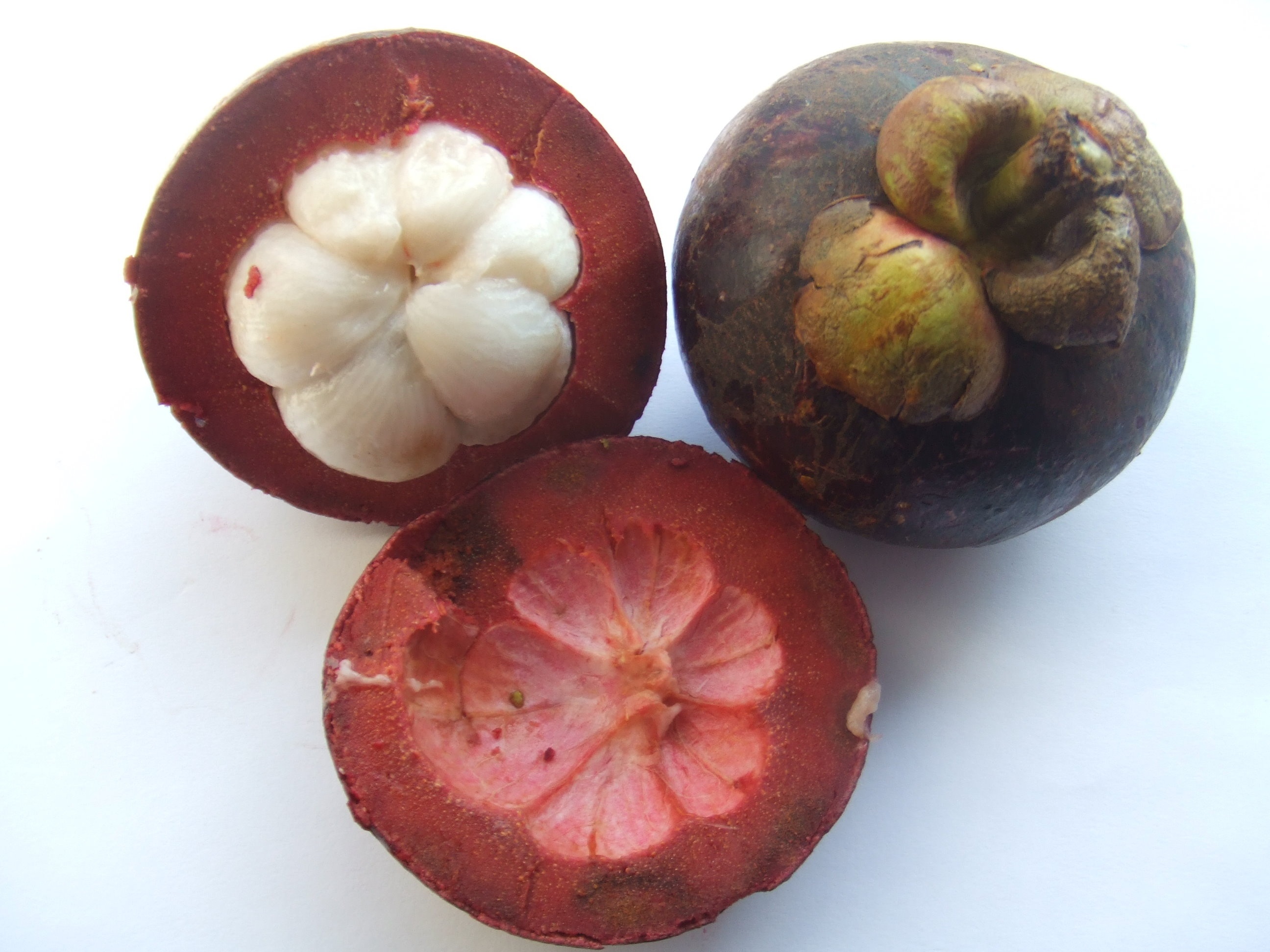
Mangostane
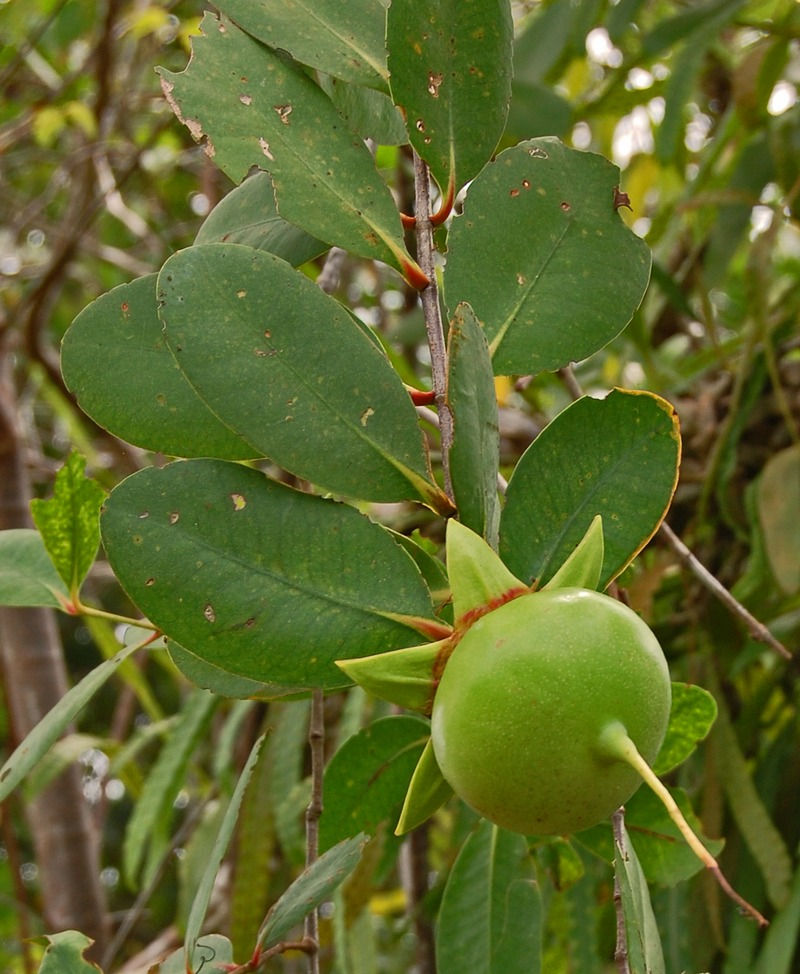
Mangrovenapfel
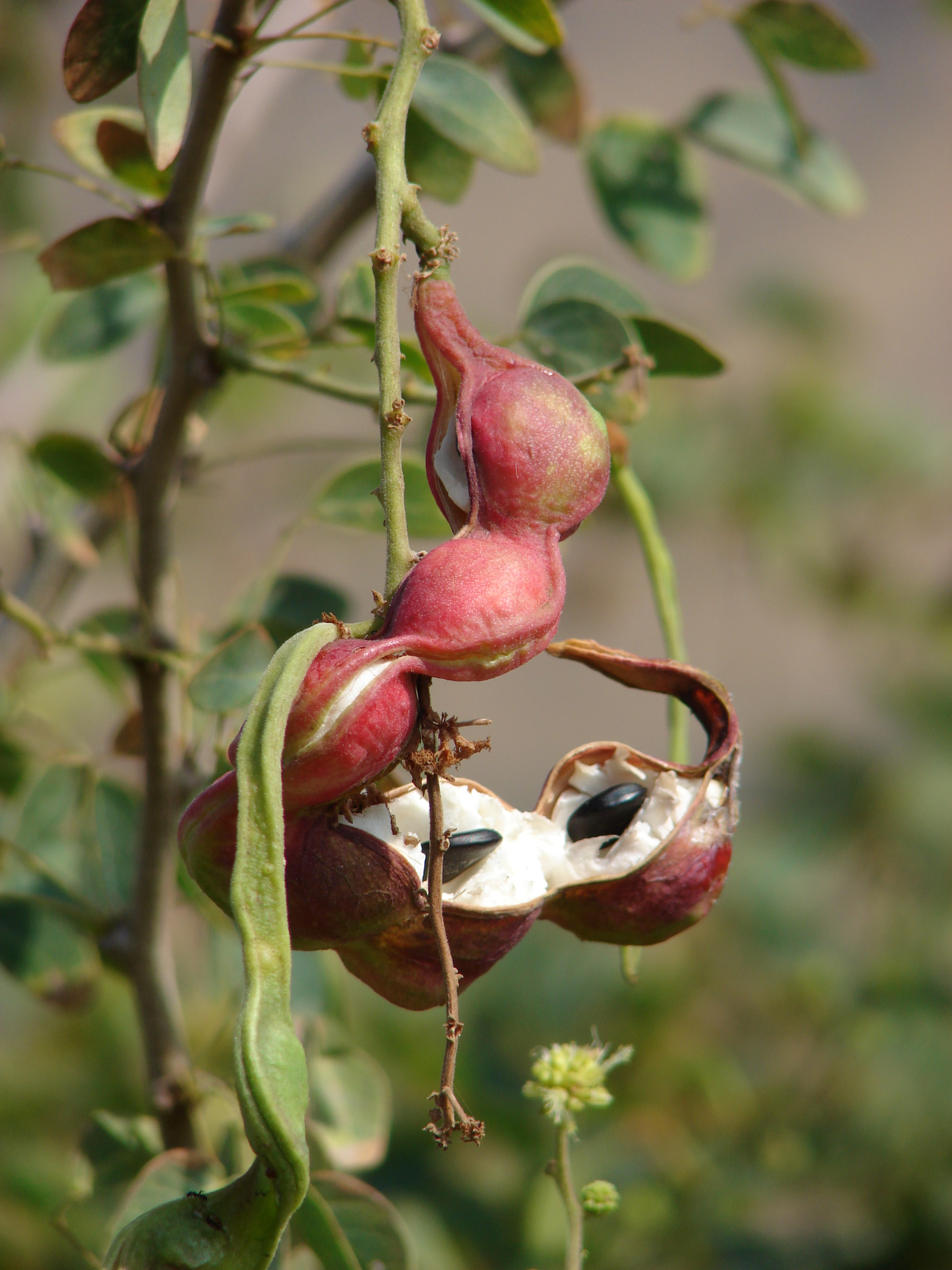
Manila Tamarinde (Guamúchil)
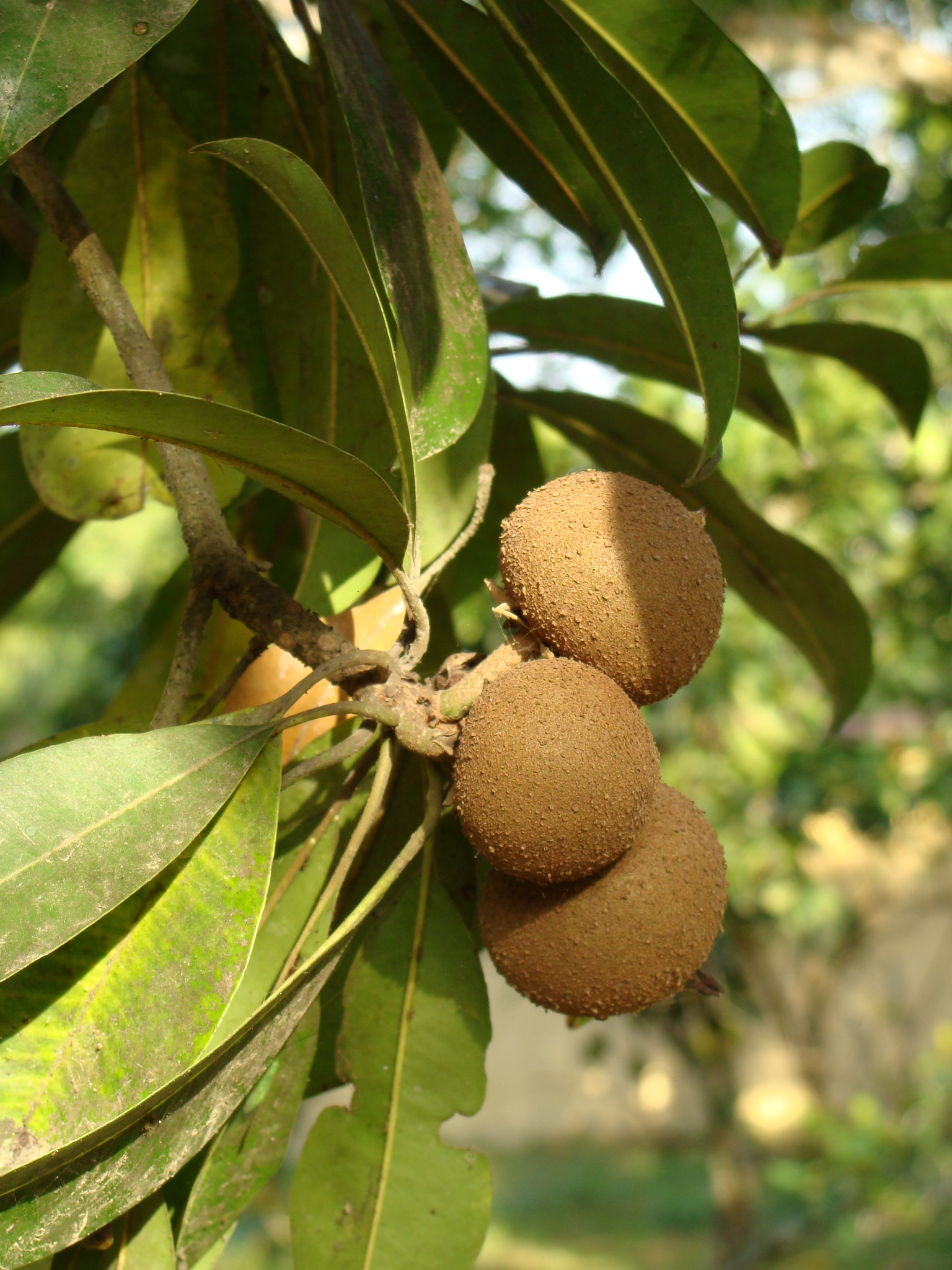
Manilkara huberi
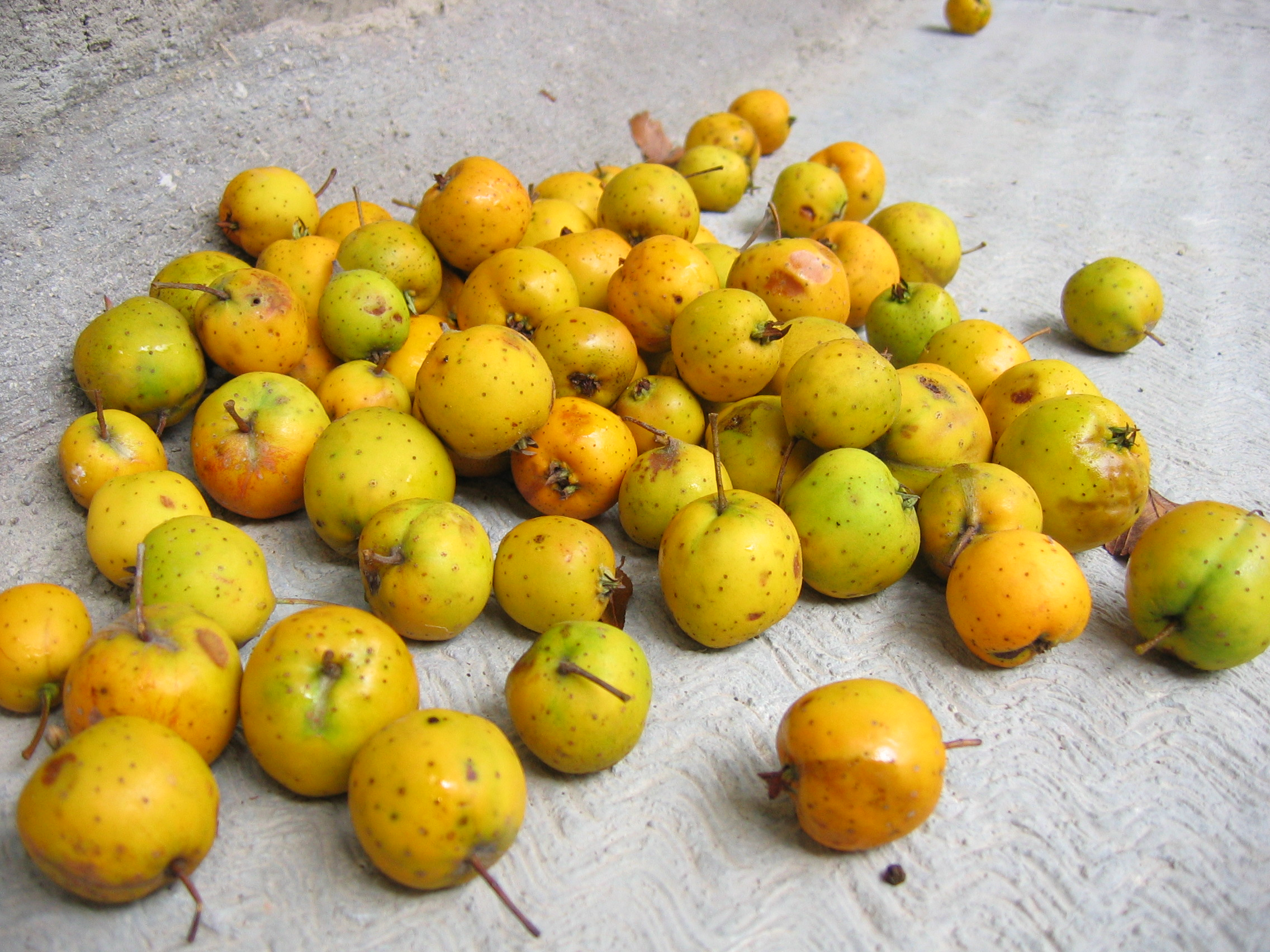
Manzanilla
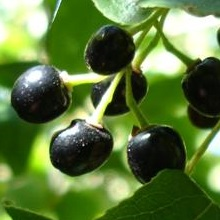
Maquibeere
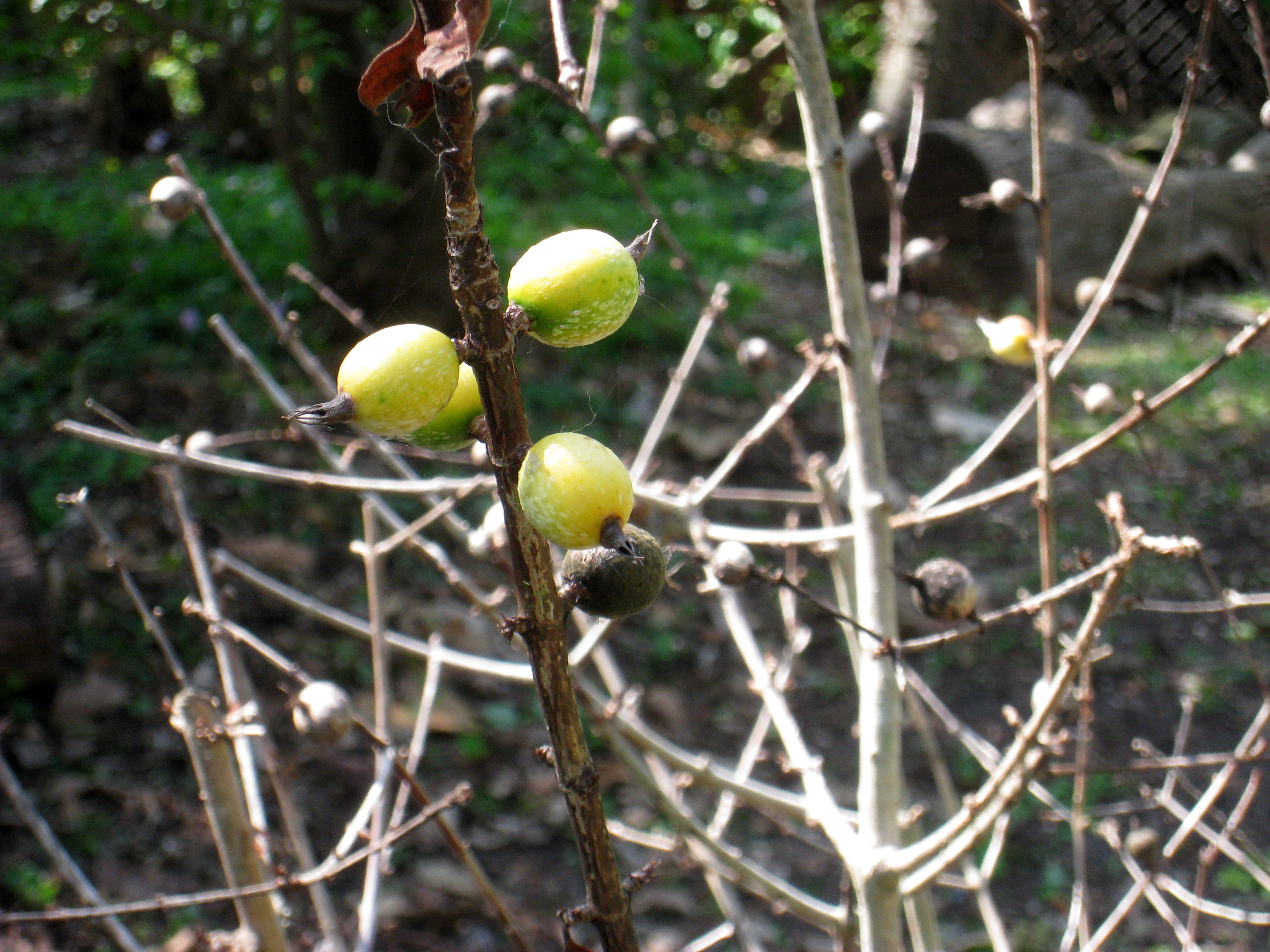
Marmeladenfrucht
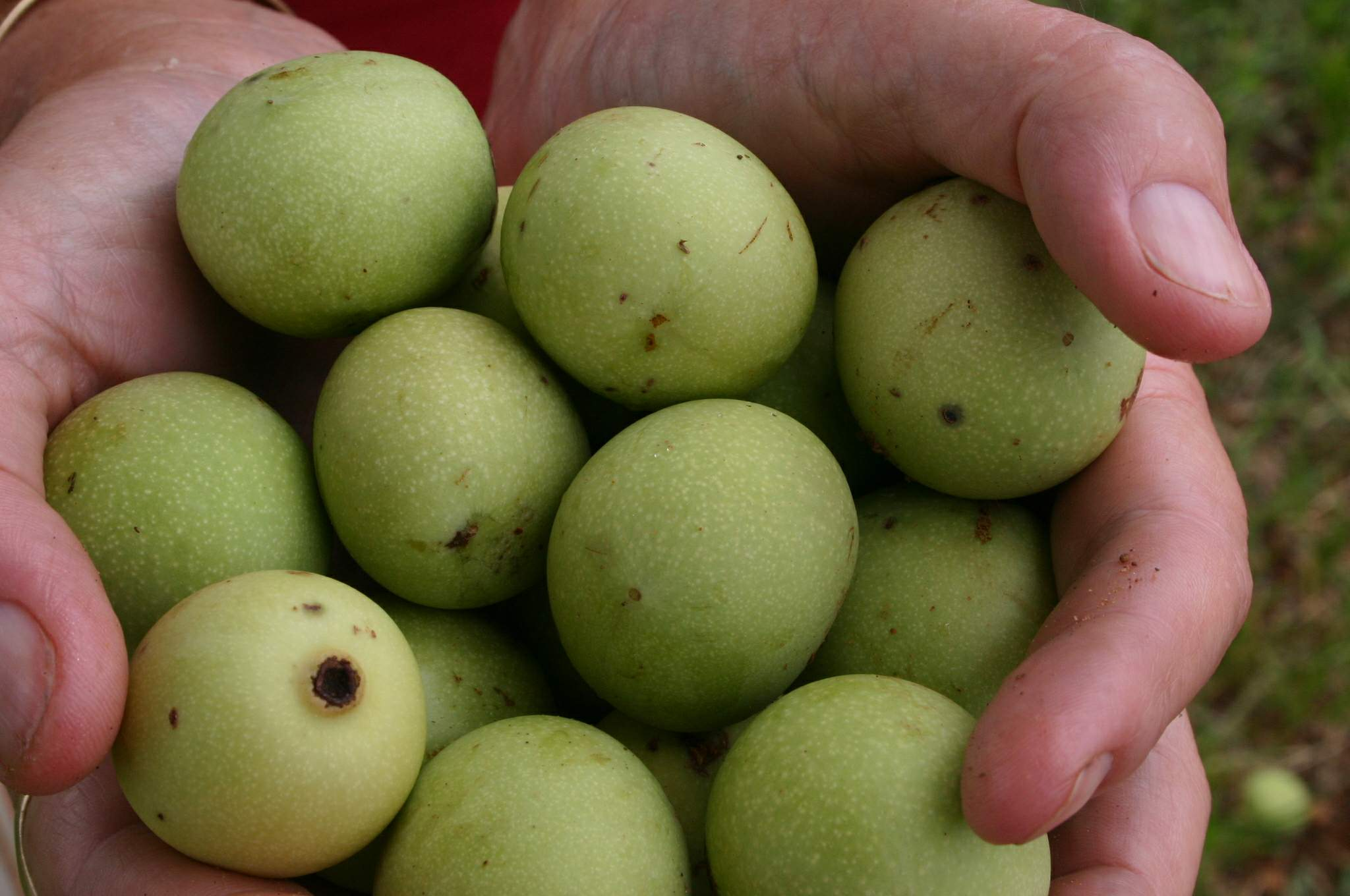
Marula
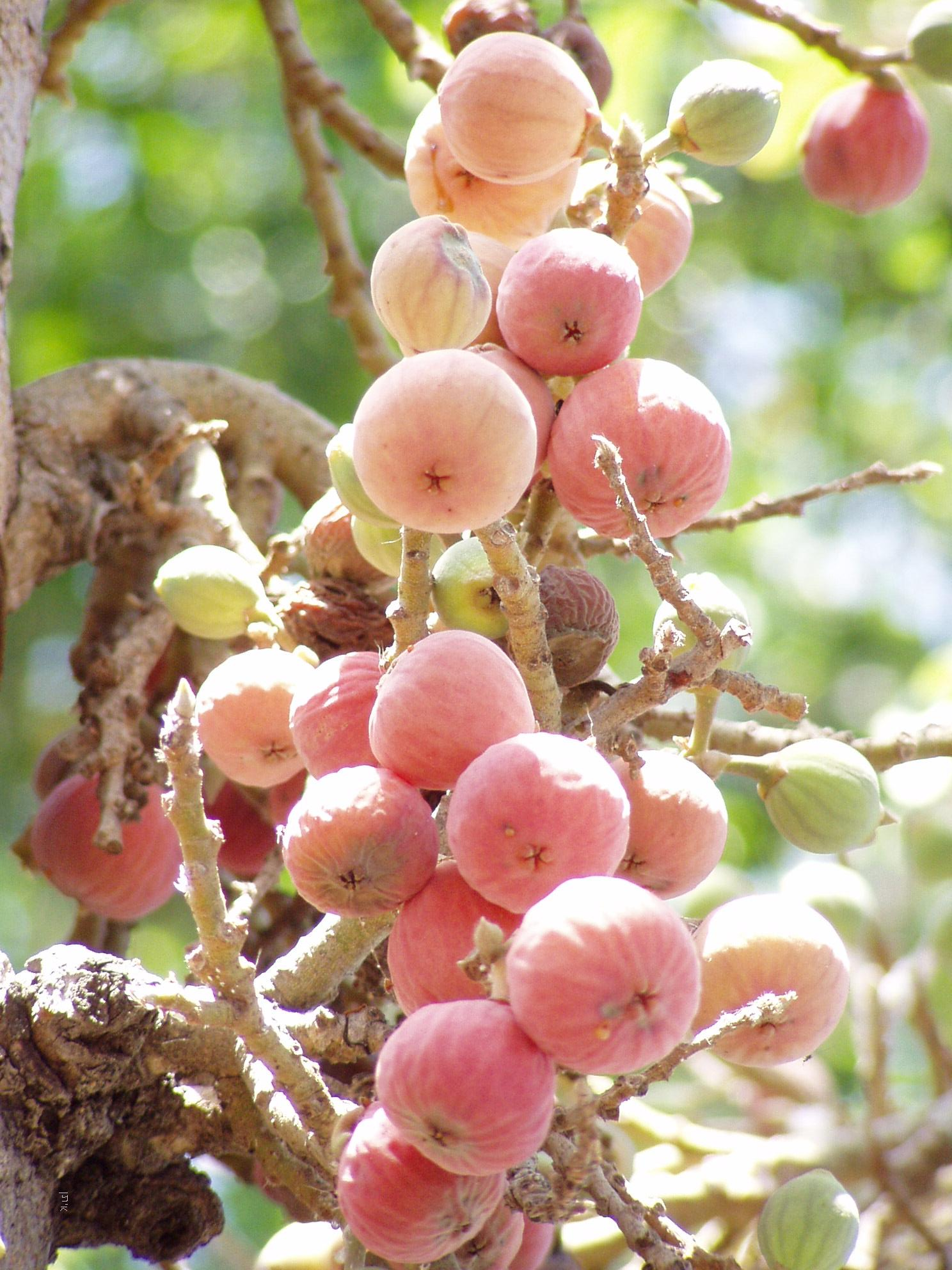
Maulbeer-Feige
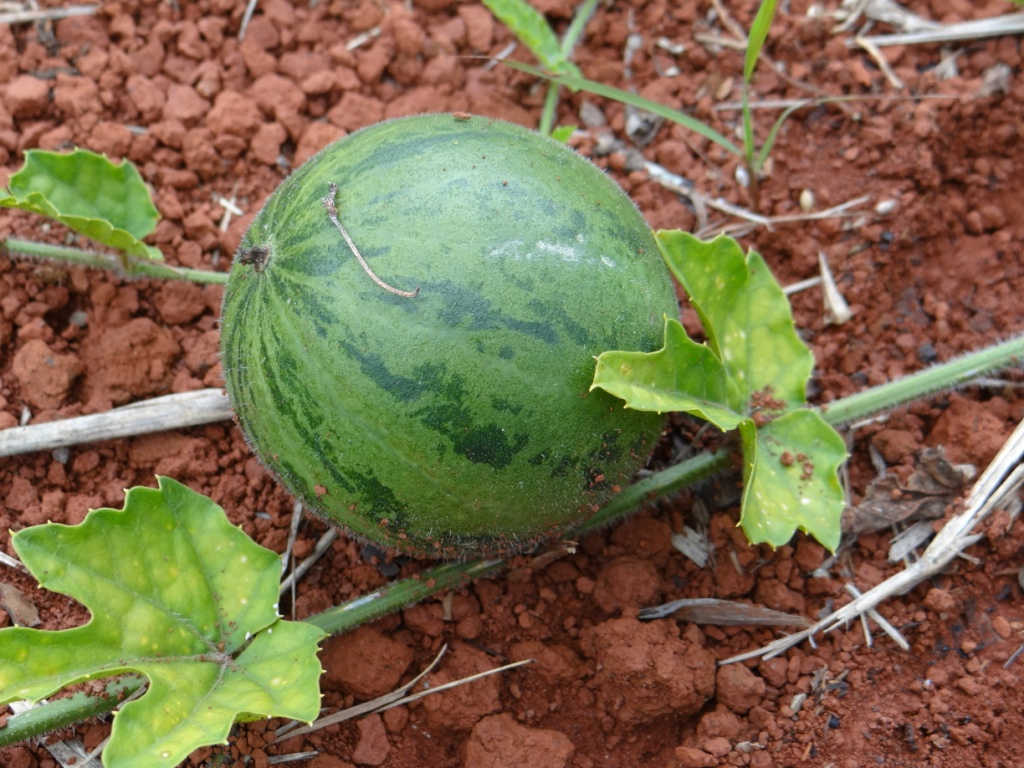
Melancium campestre
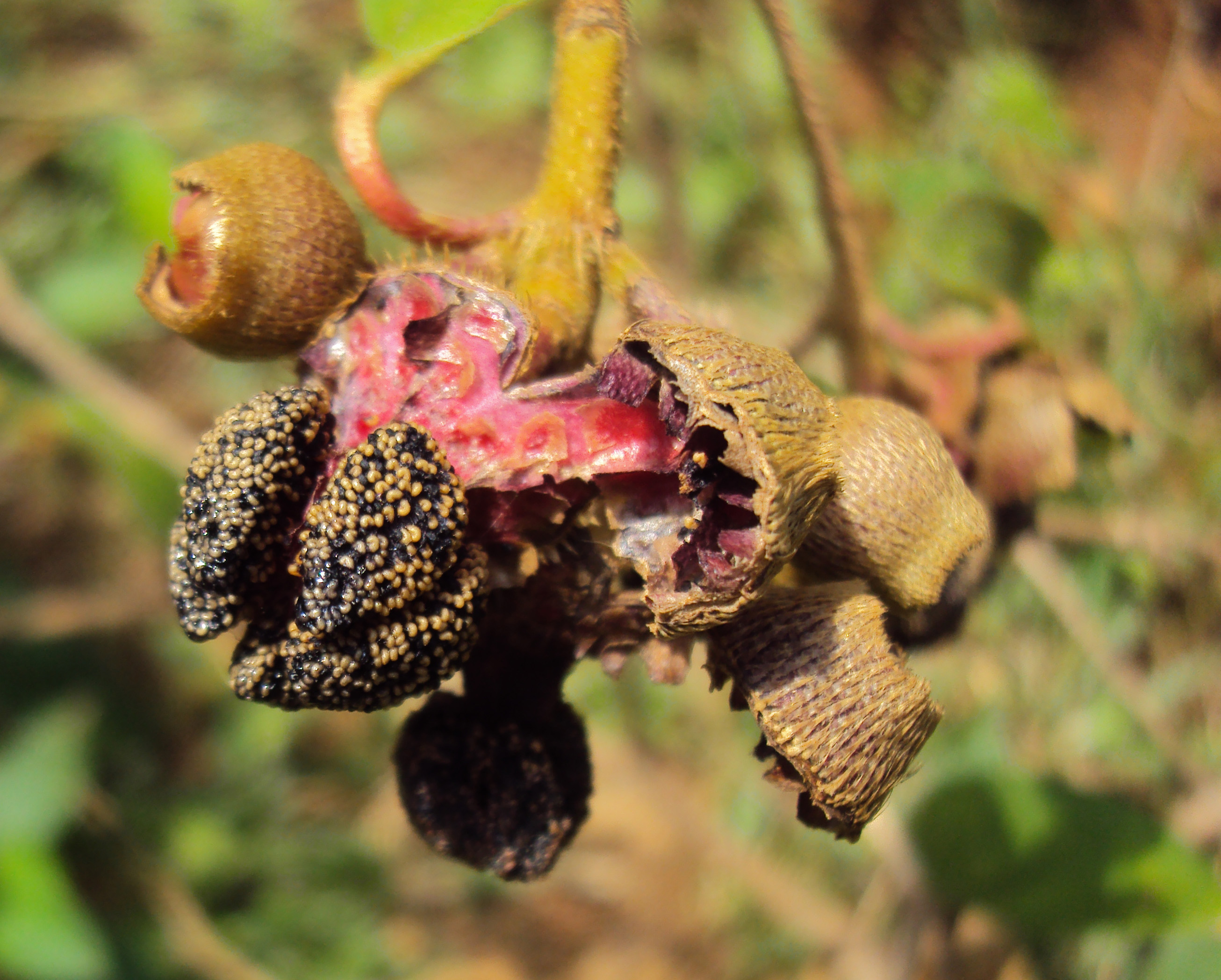
Melastoma malabathricum
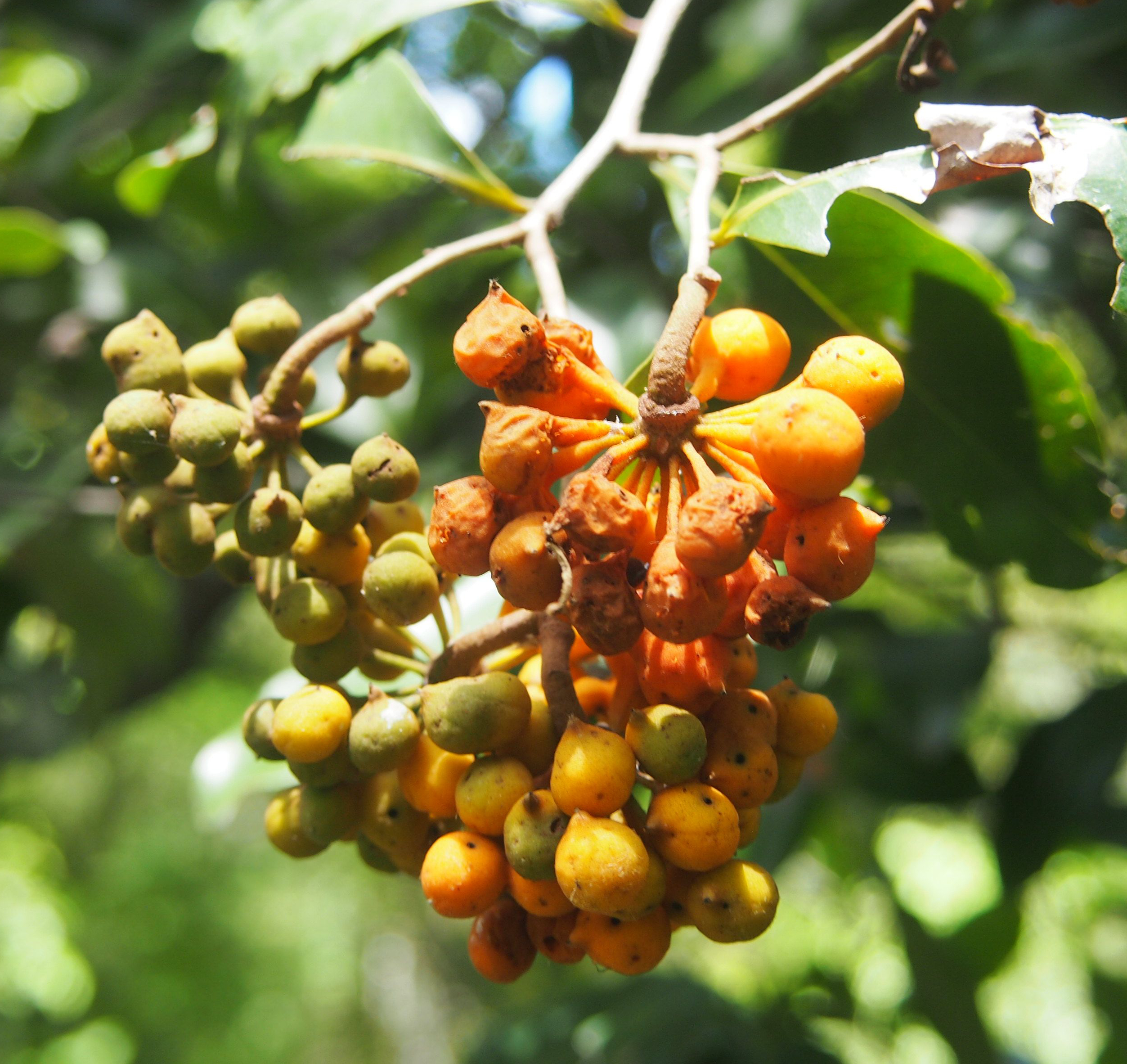
Melodorum leichhardtii
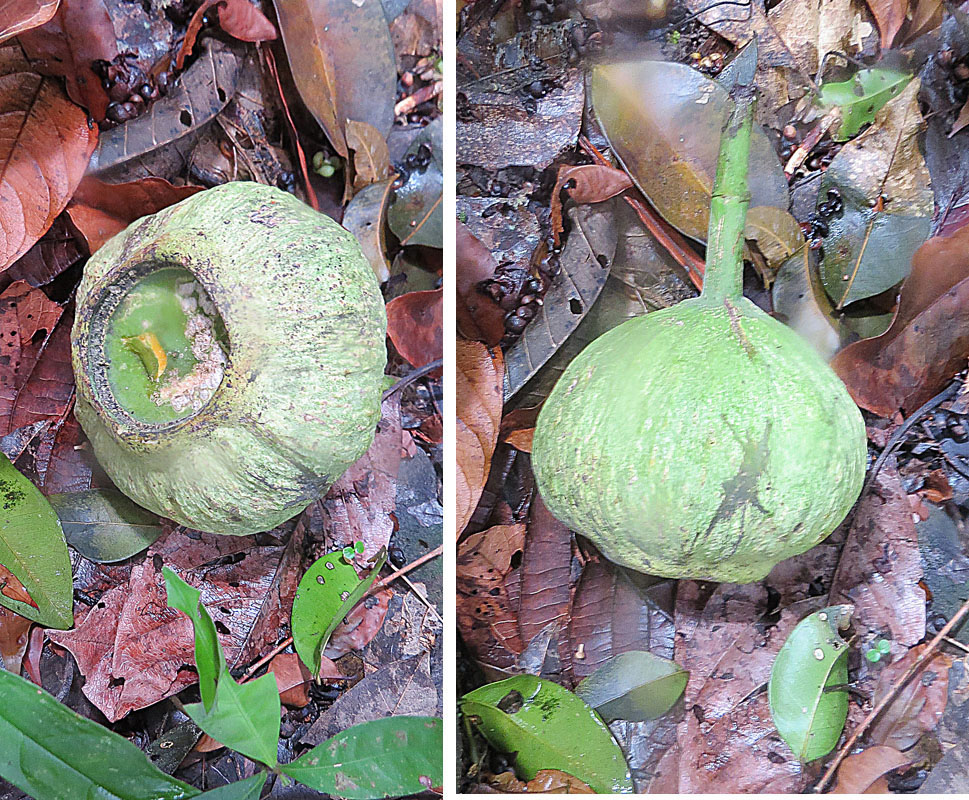
Membrillo (inneres Fruchtfleisch)
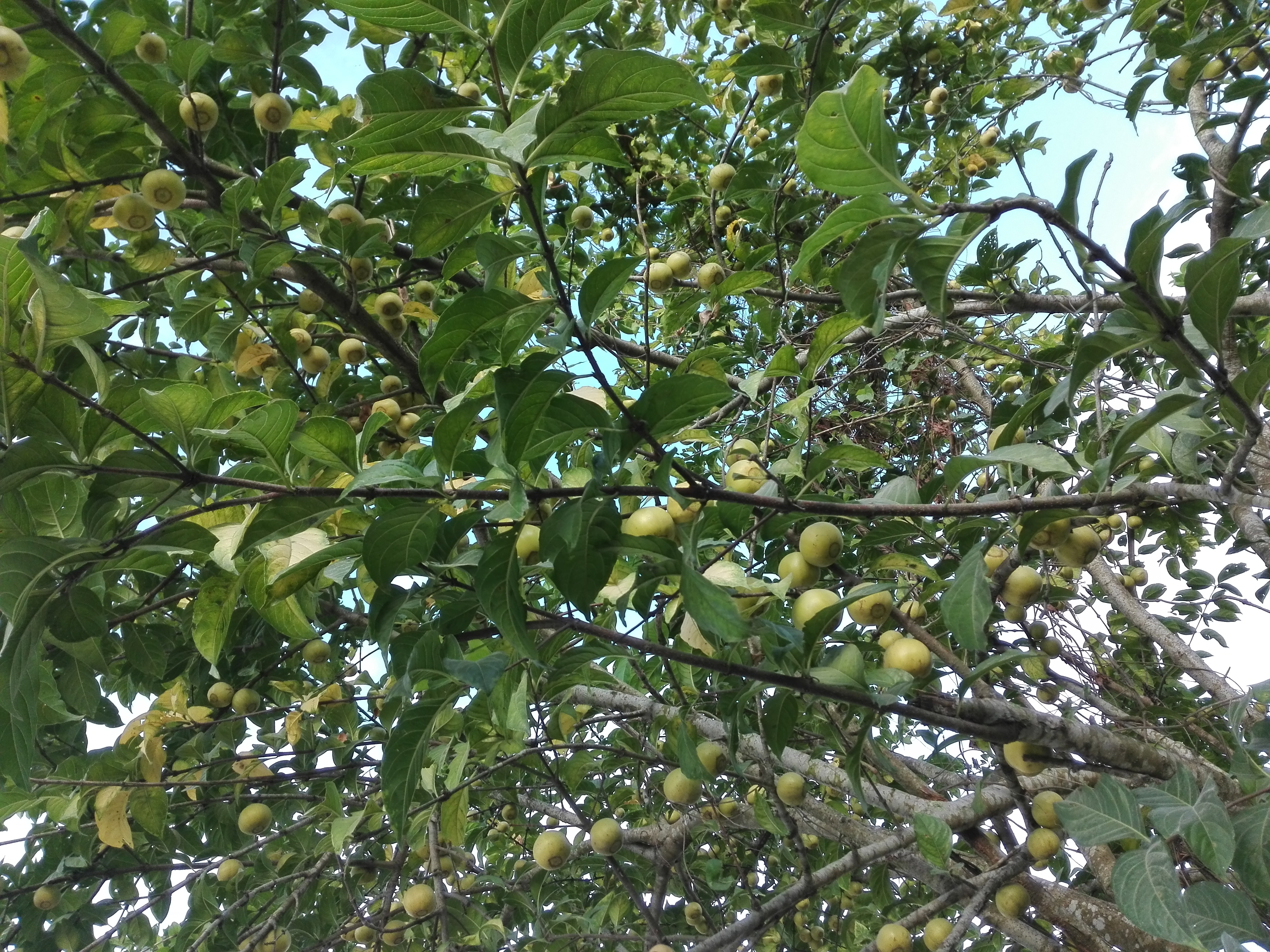
Meyna spinosa
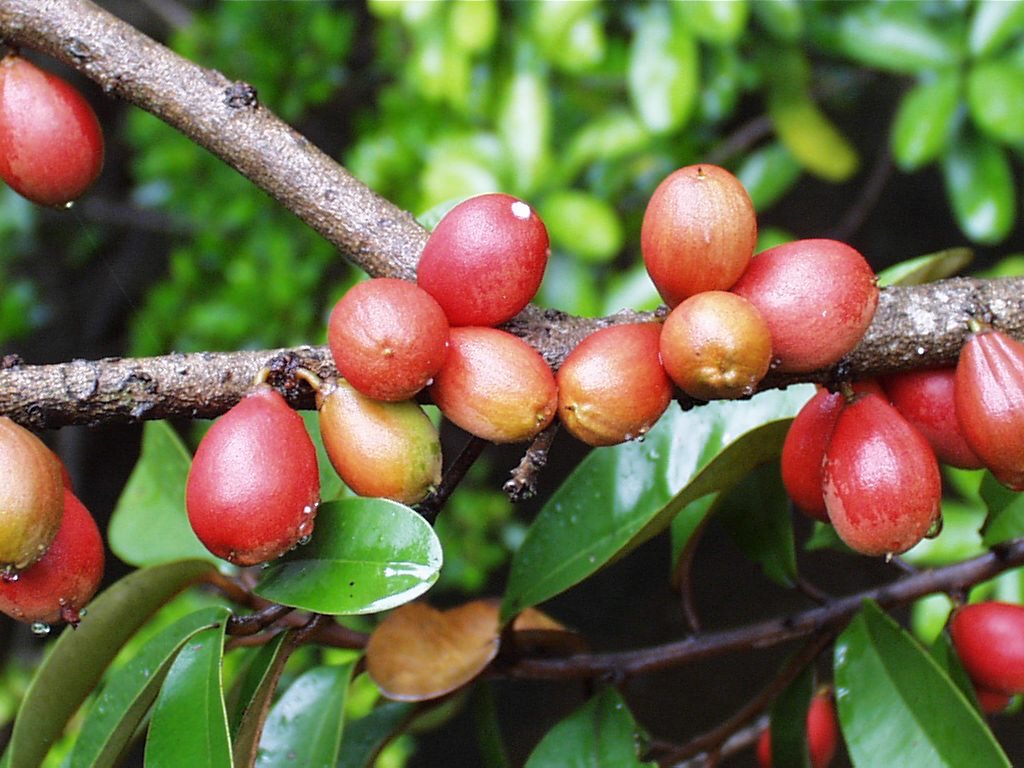
Milchpflaume
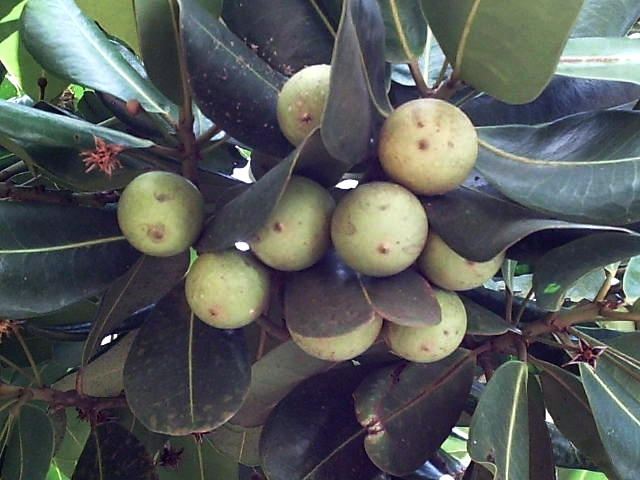
Mimusops balata
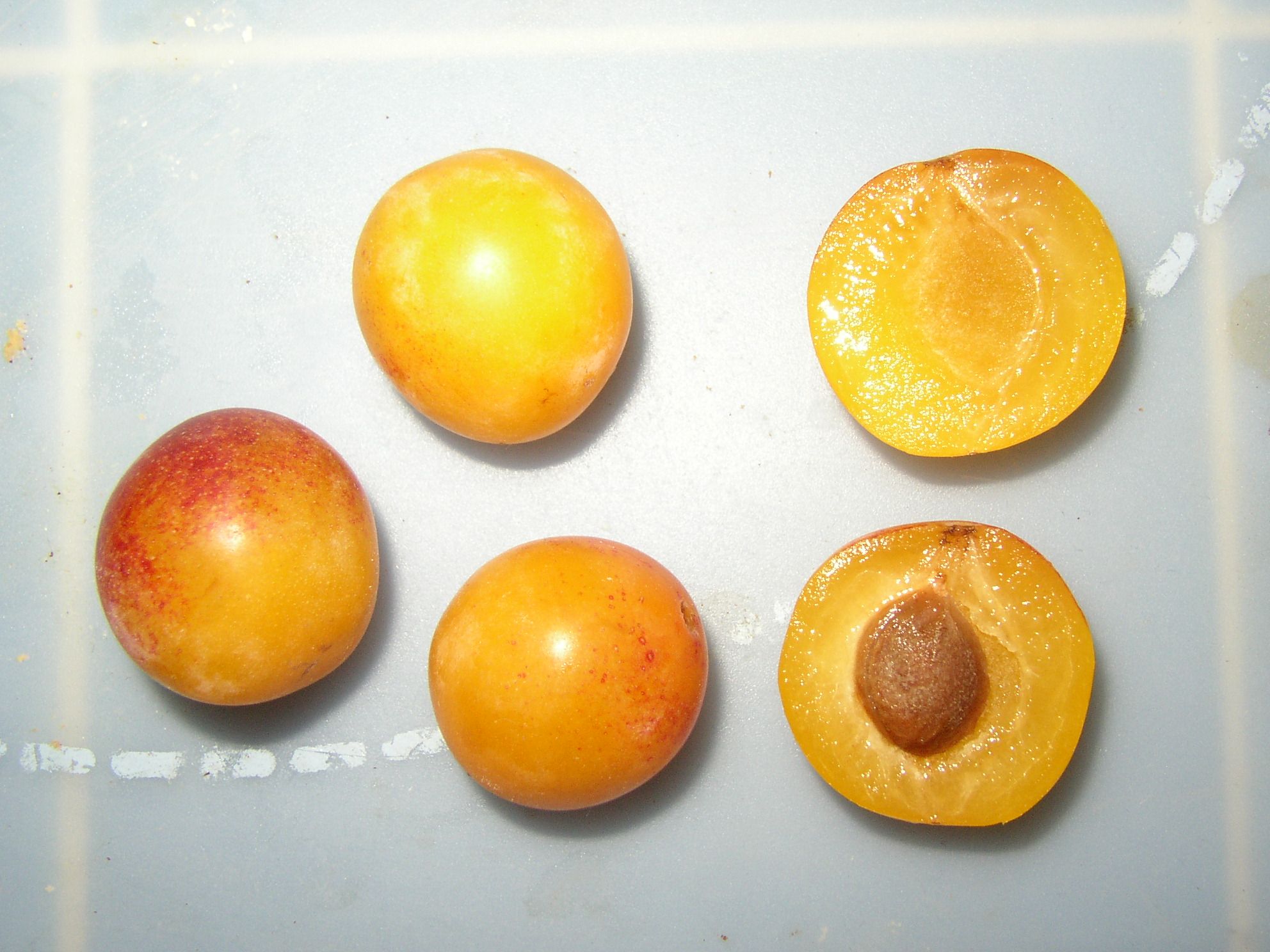
Mirabelle
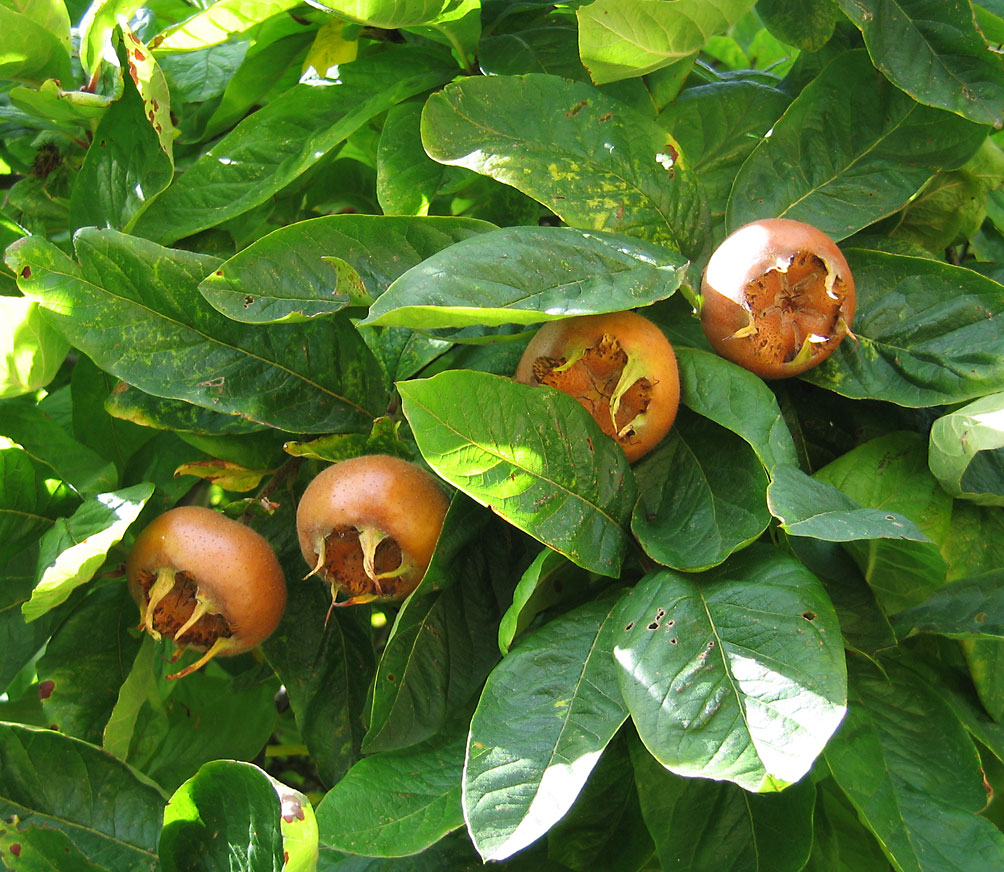
Mispel
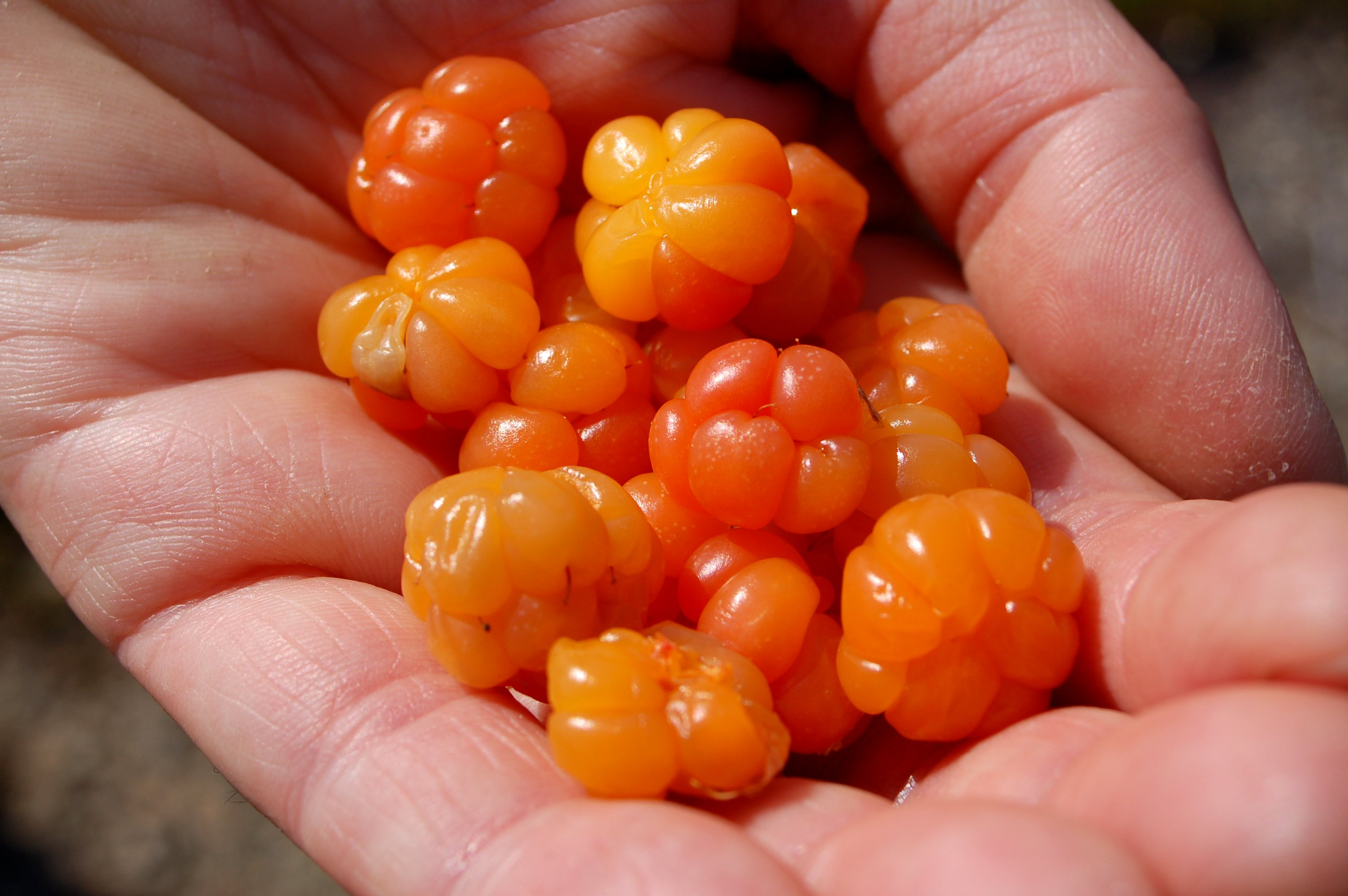
Moltebeere
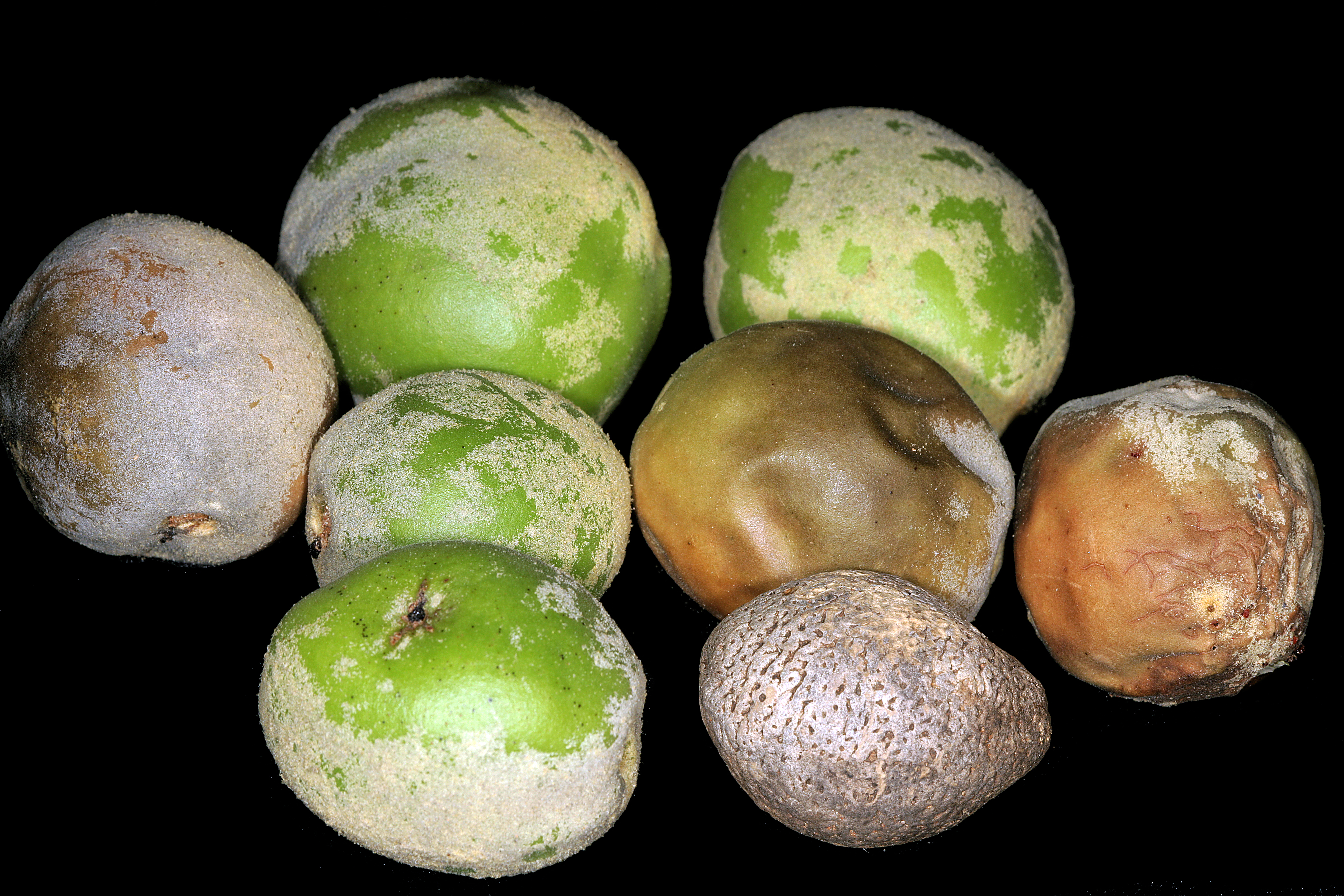
Mongongo
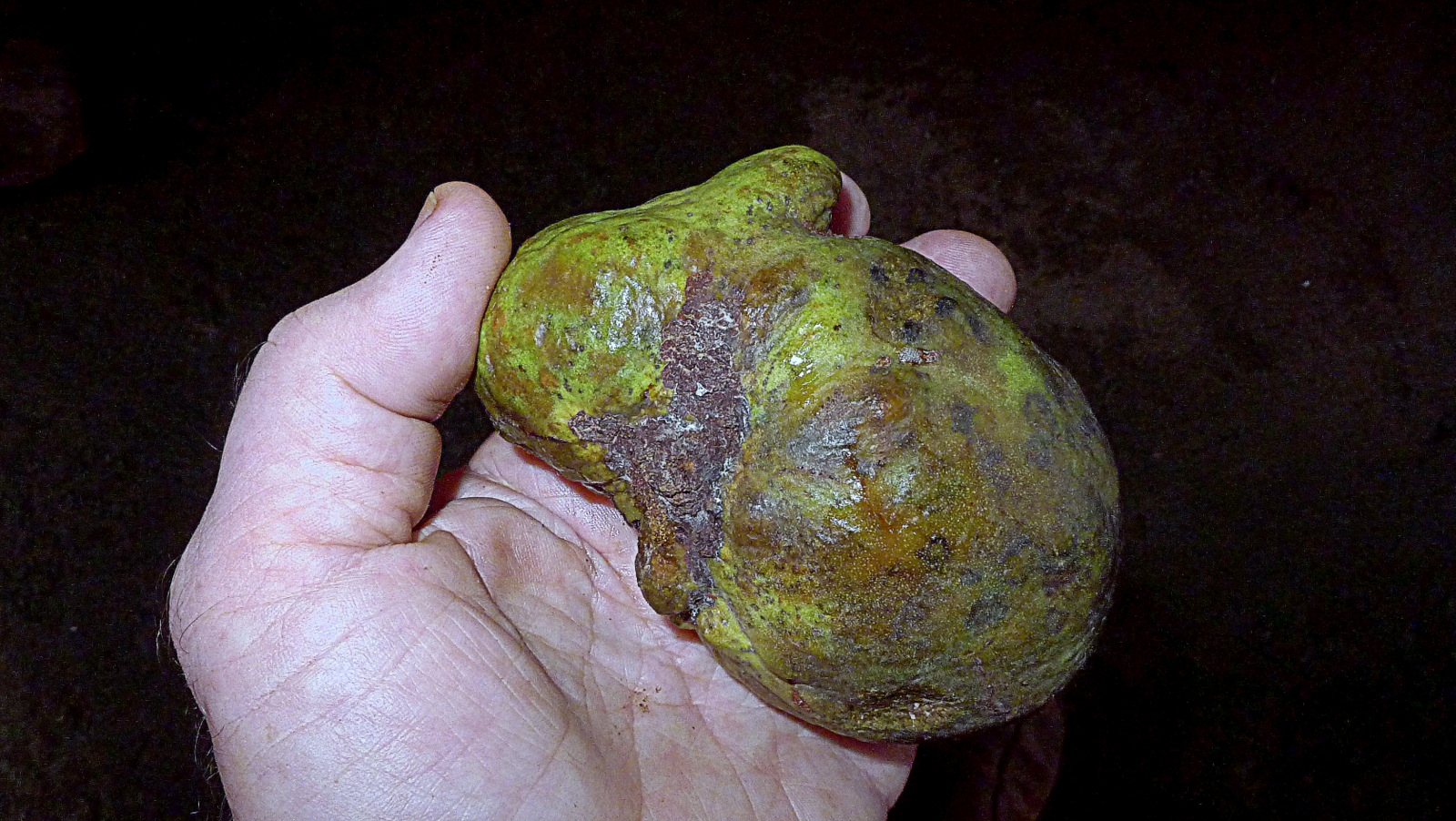
Moquilea salzmannii
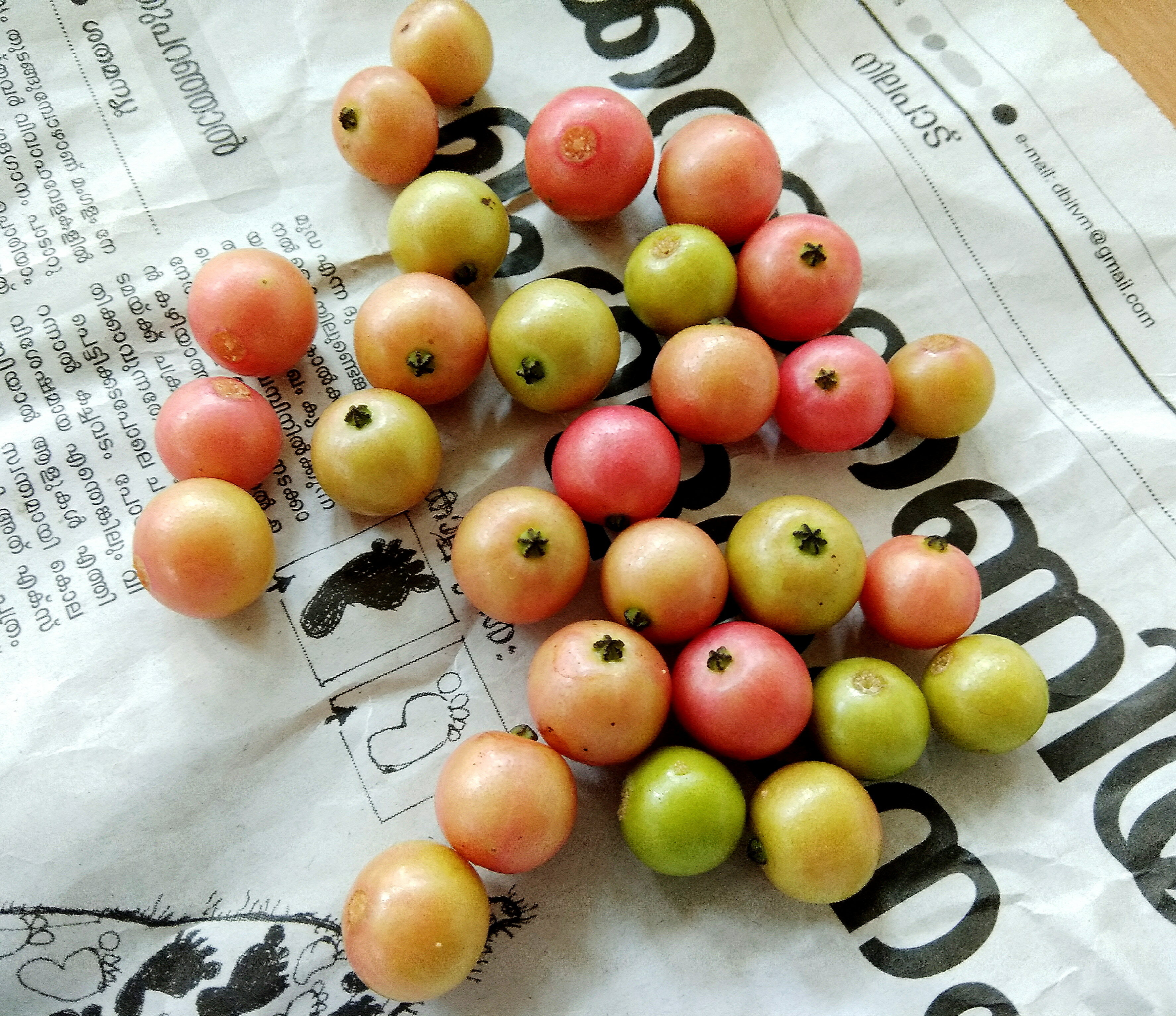
Muntingia (Jamaikakirsche, Panama-Beere)
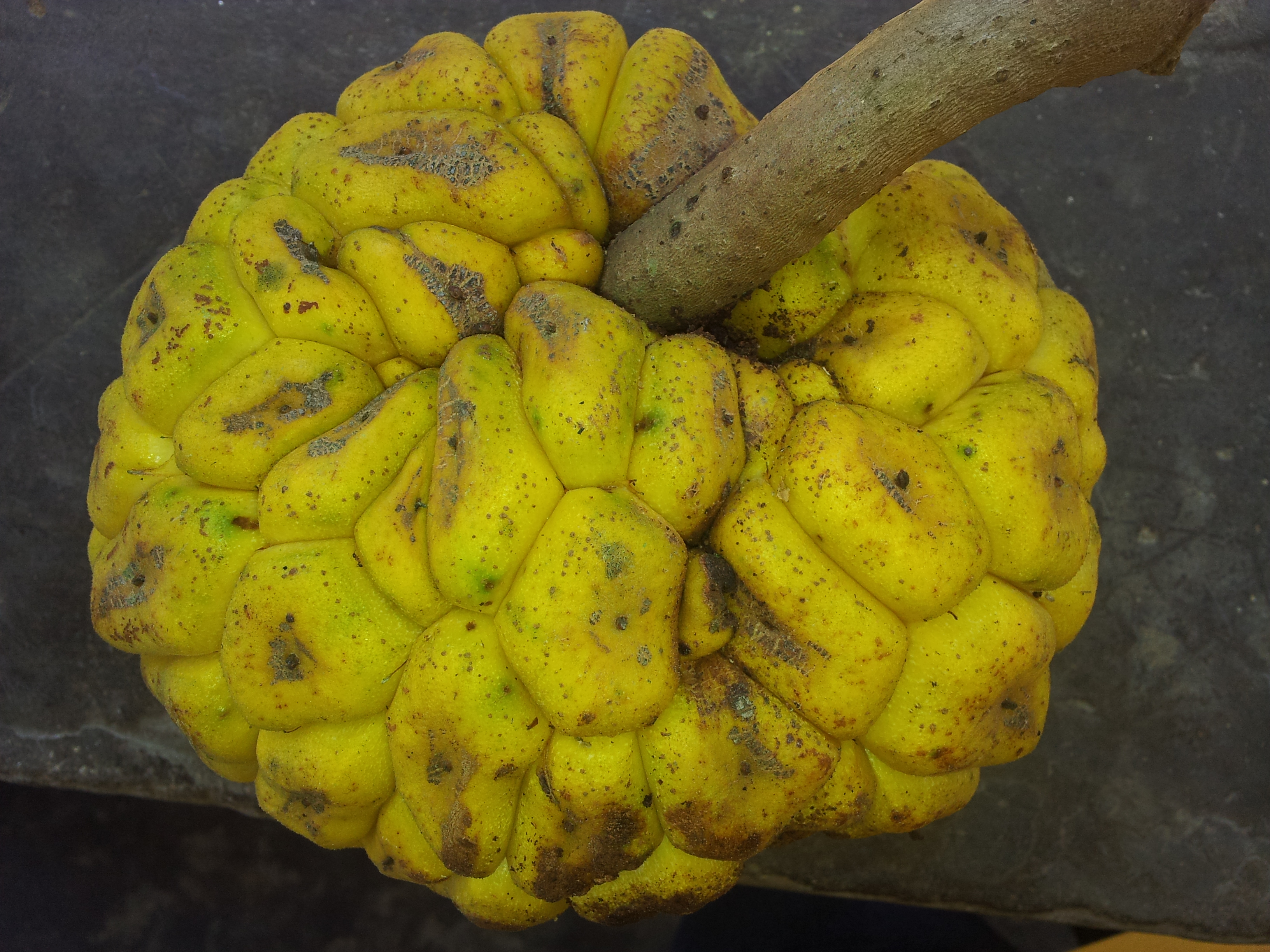
Myrianthus arboreus
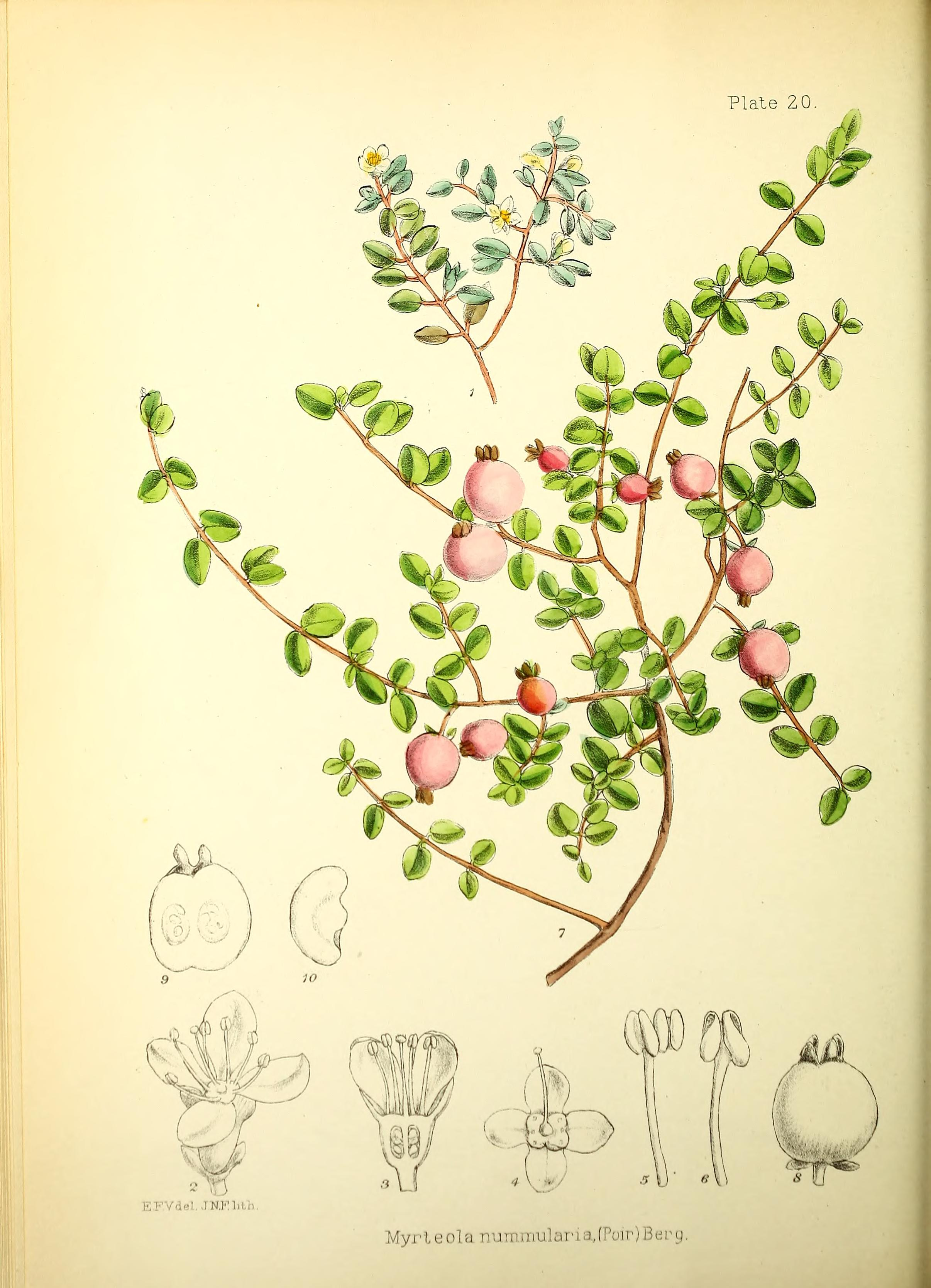
Myrteola nummularia
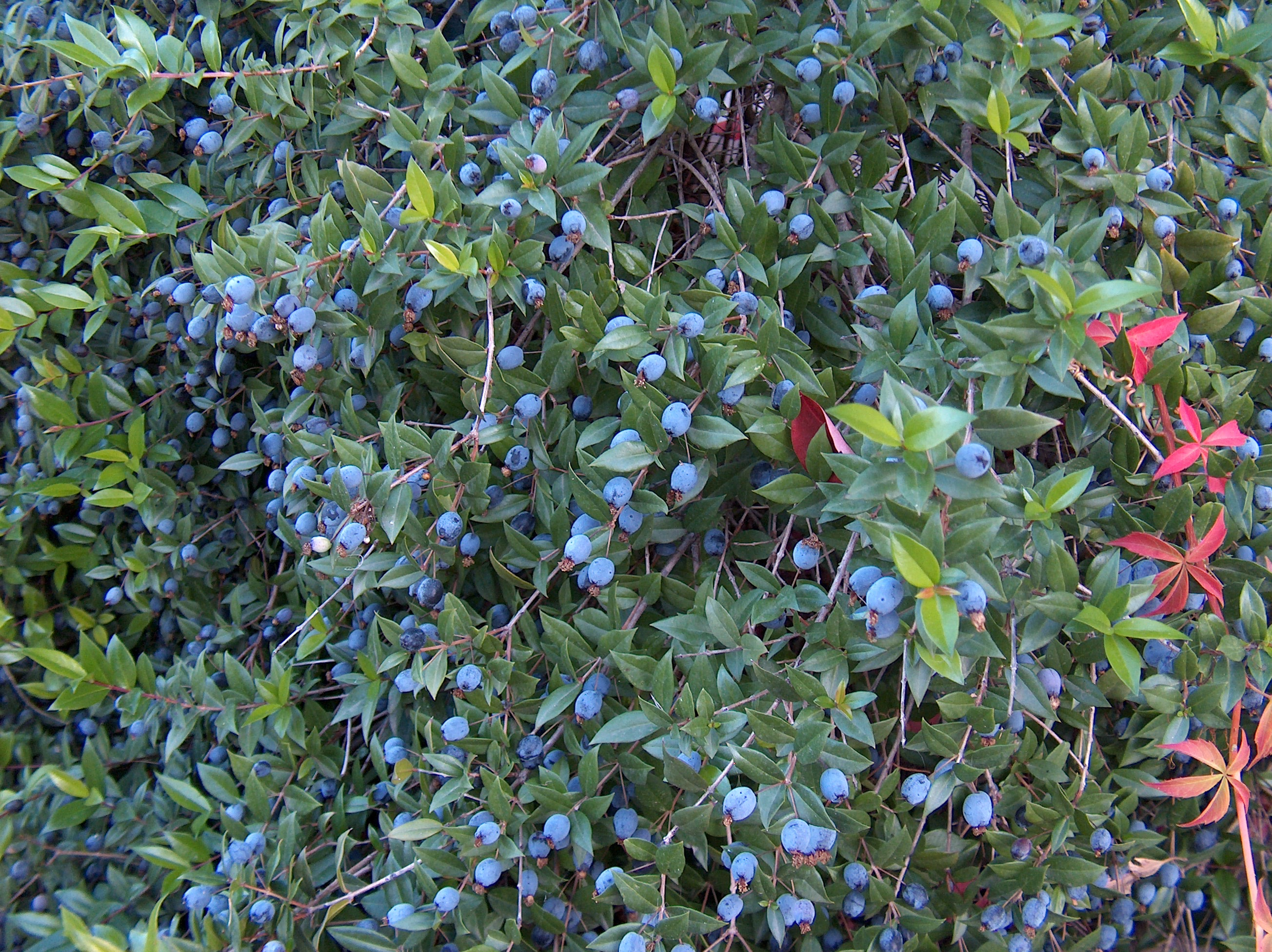
Myrtus communis
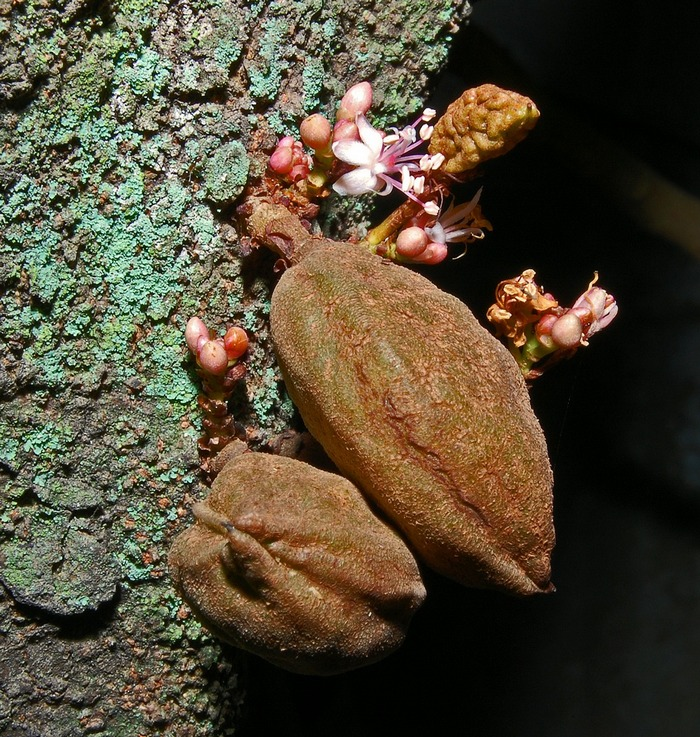
Froschfrucht (Nam-Nam)
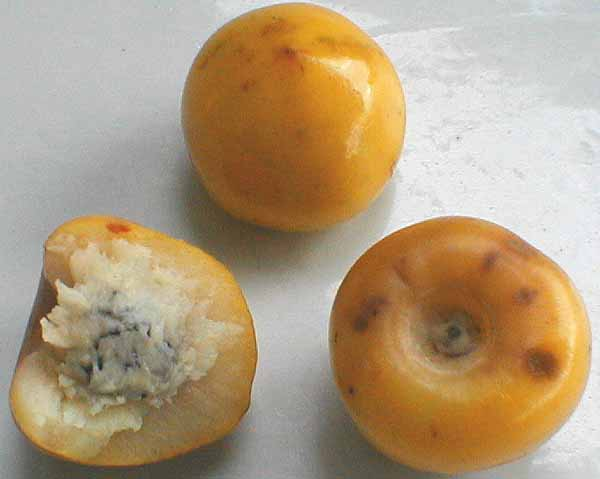
Nance (versch. Bysonima-Arten haben ähnliche Früchte)
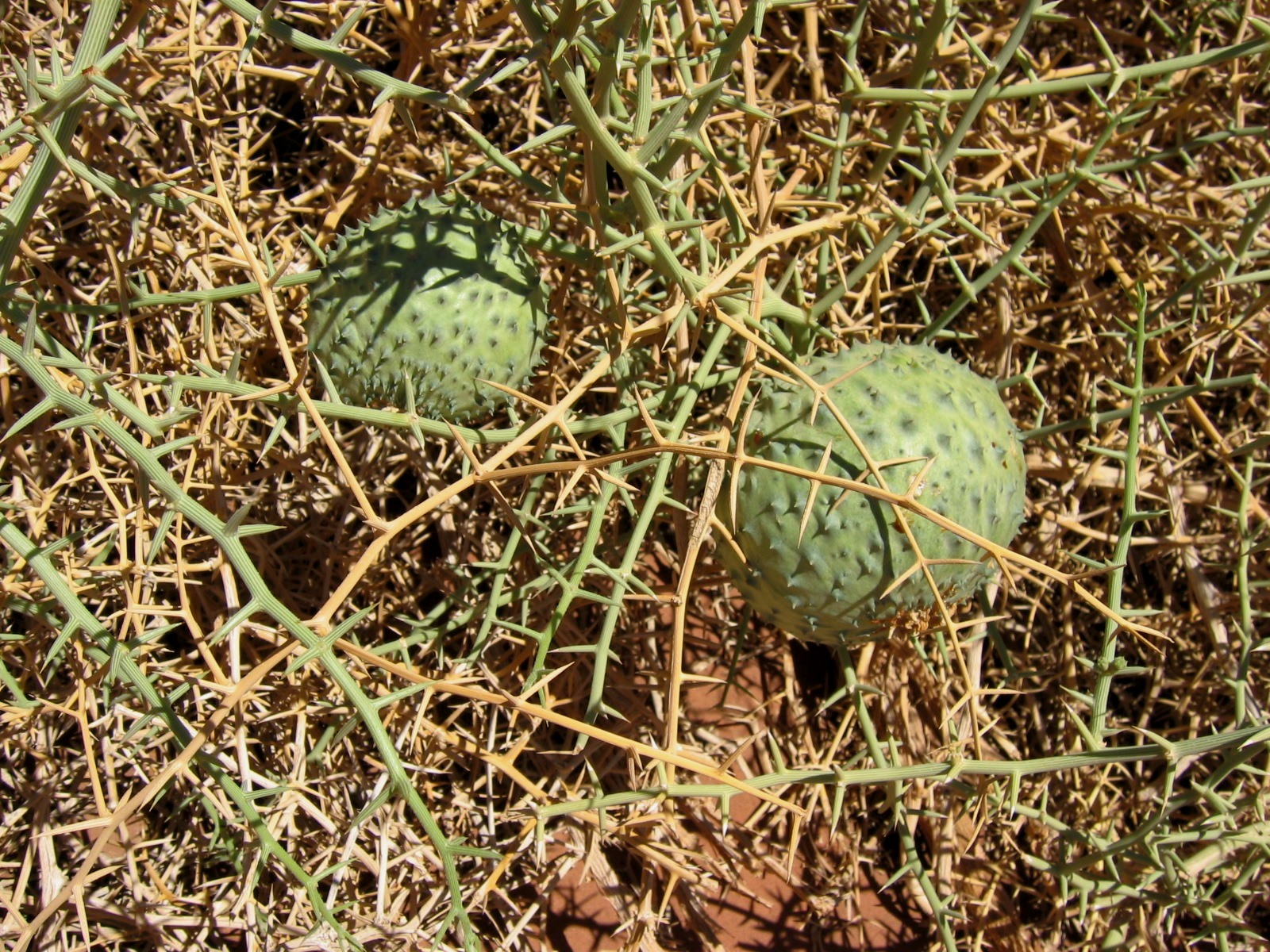
Nara
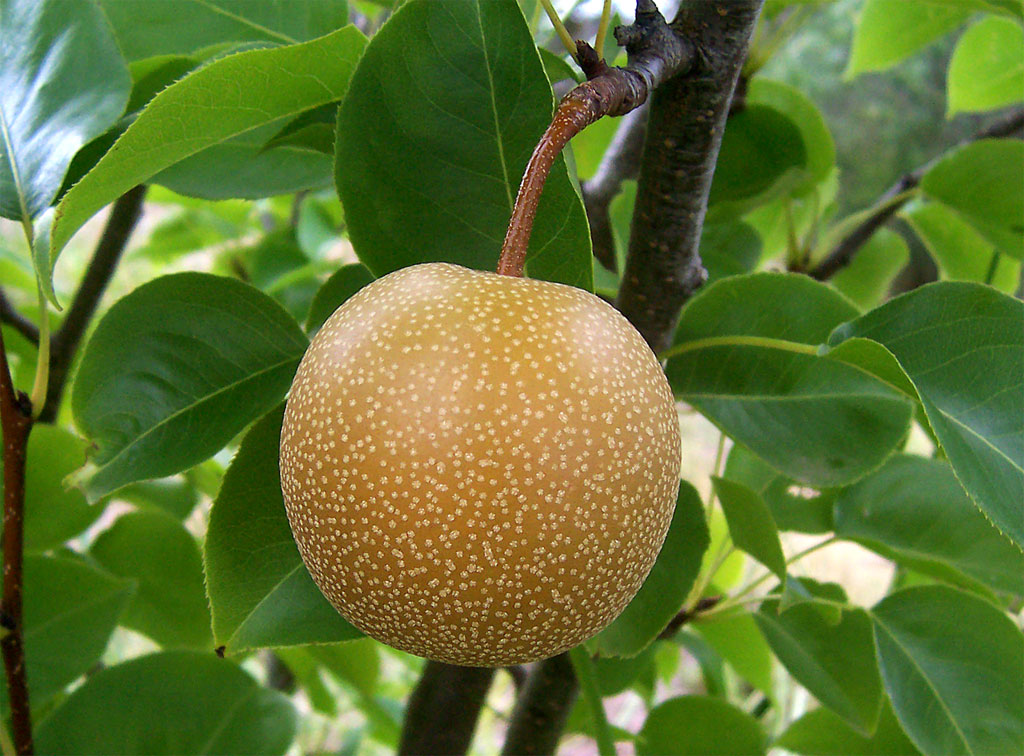
Nashi
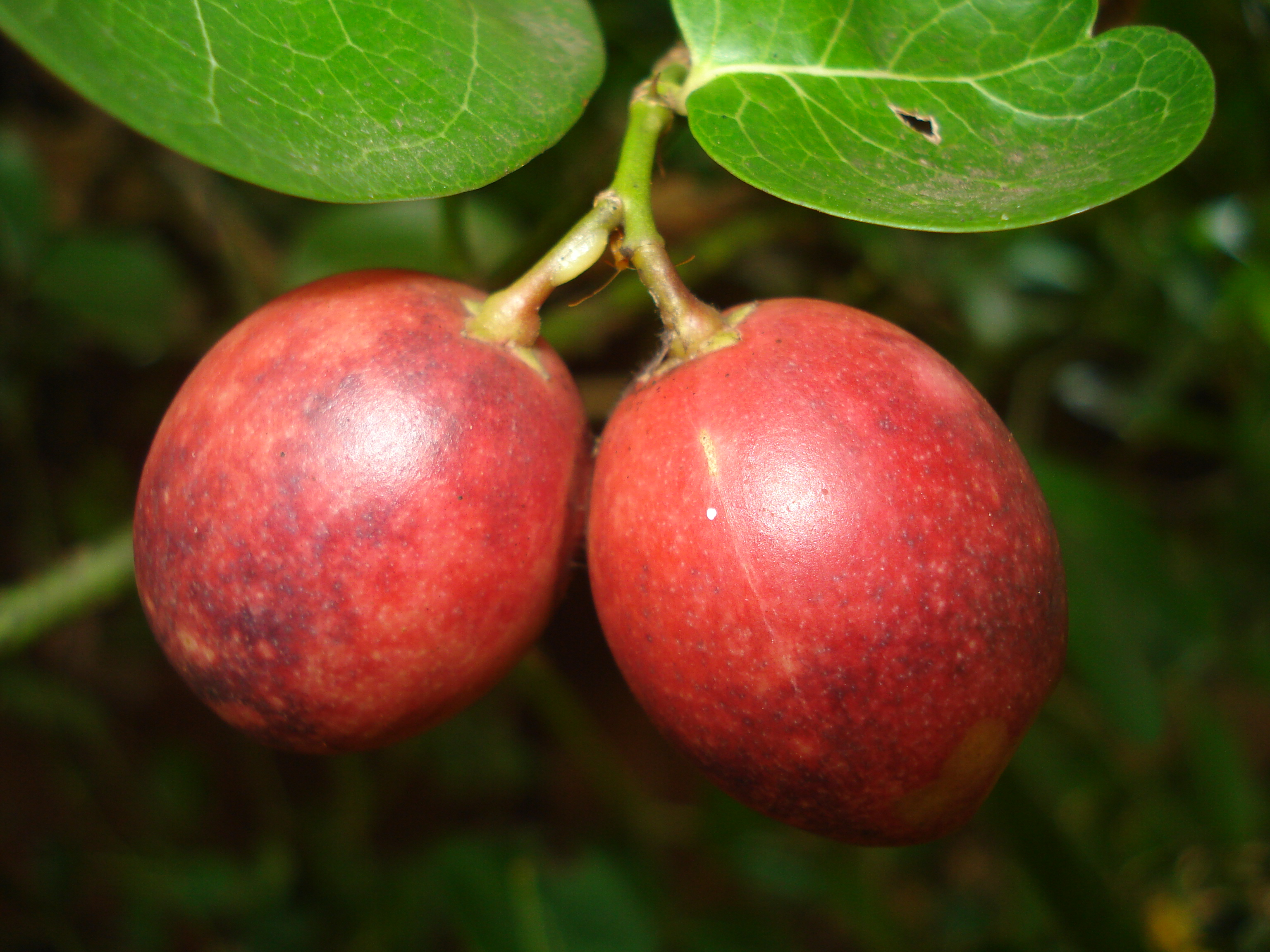
Natalpflaume
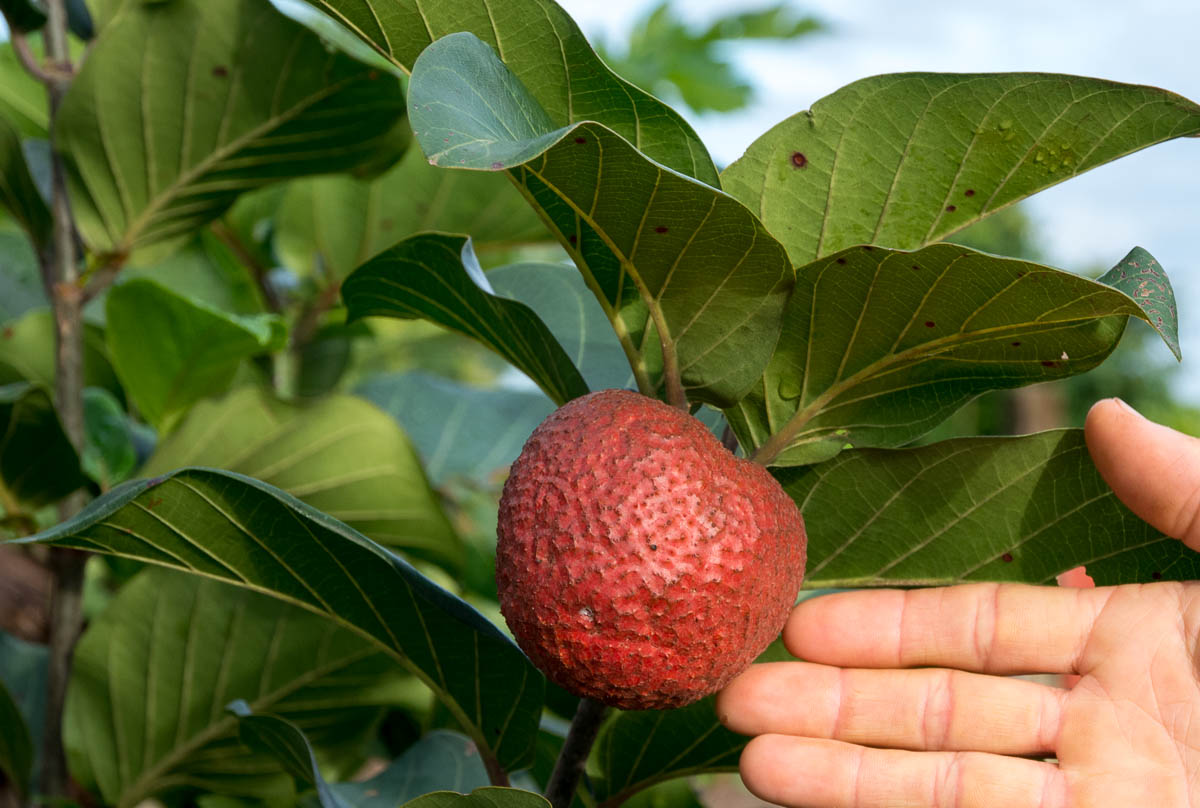
Nauclea latifolia
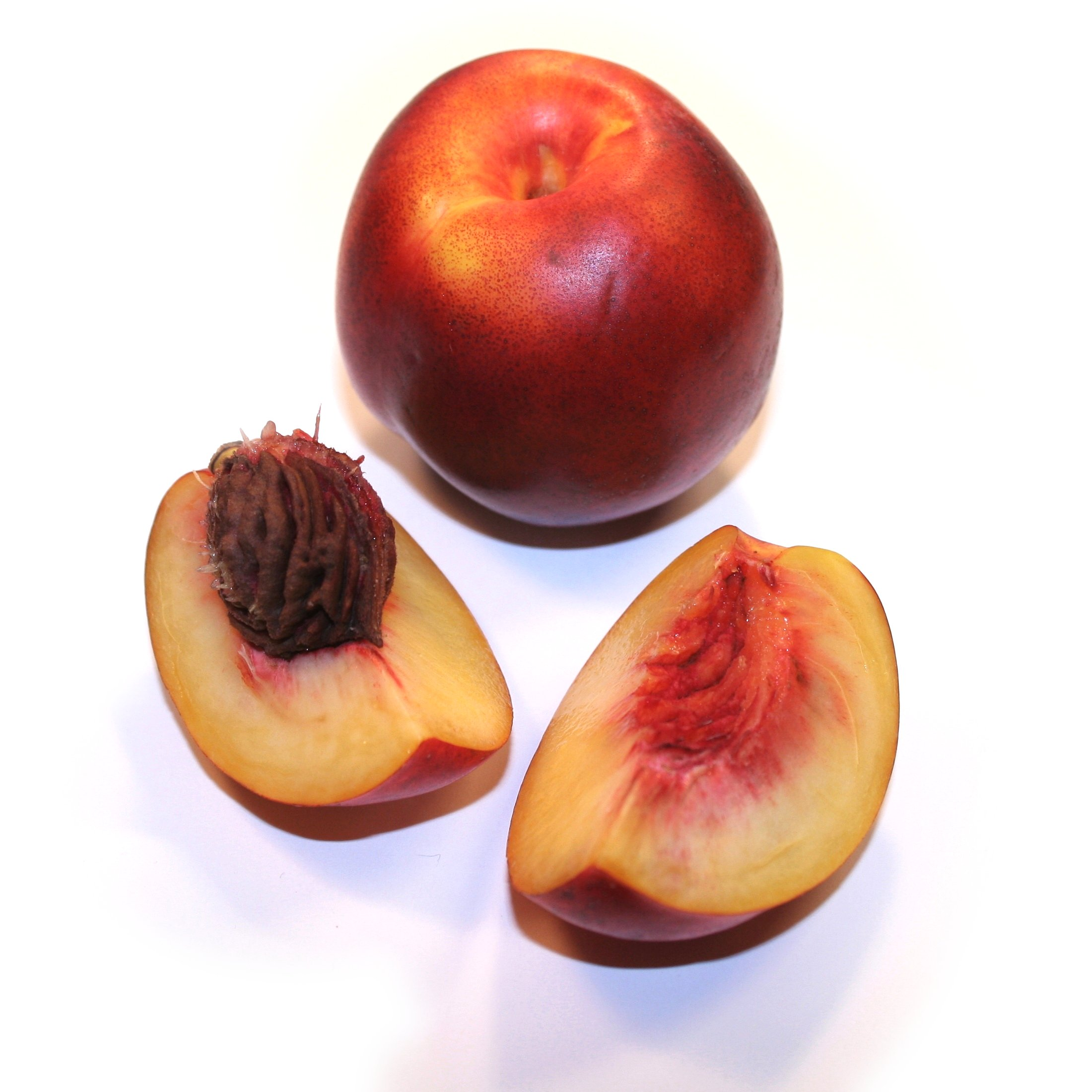
Nektarine
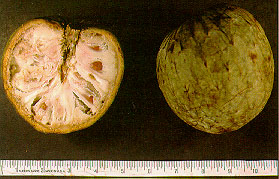
Netzannone (Ochsenherz)
Netzmelone
Niem
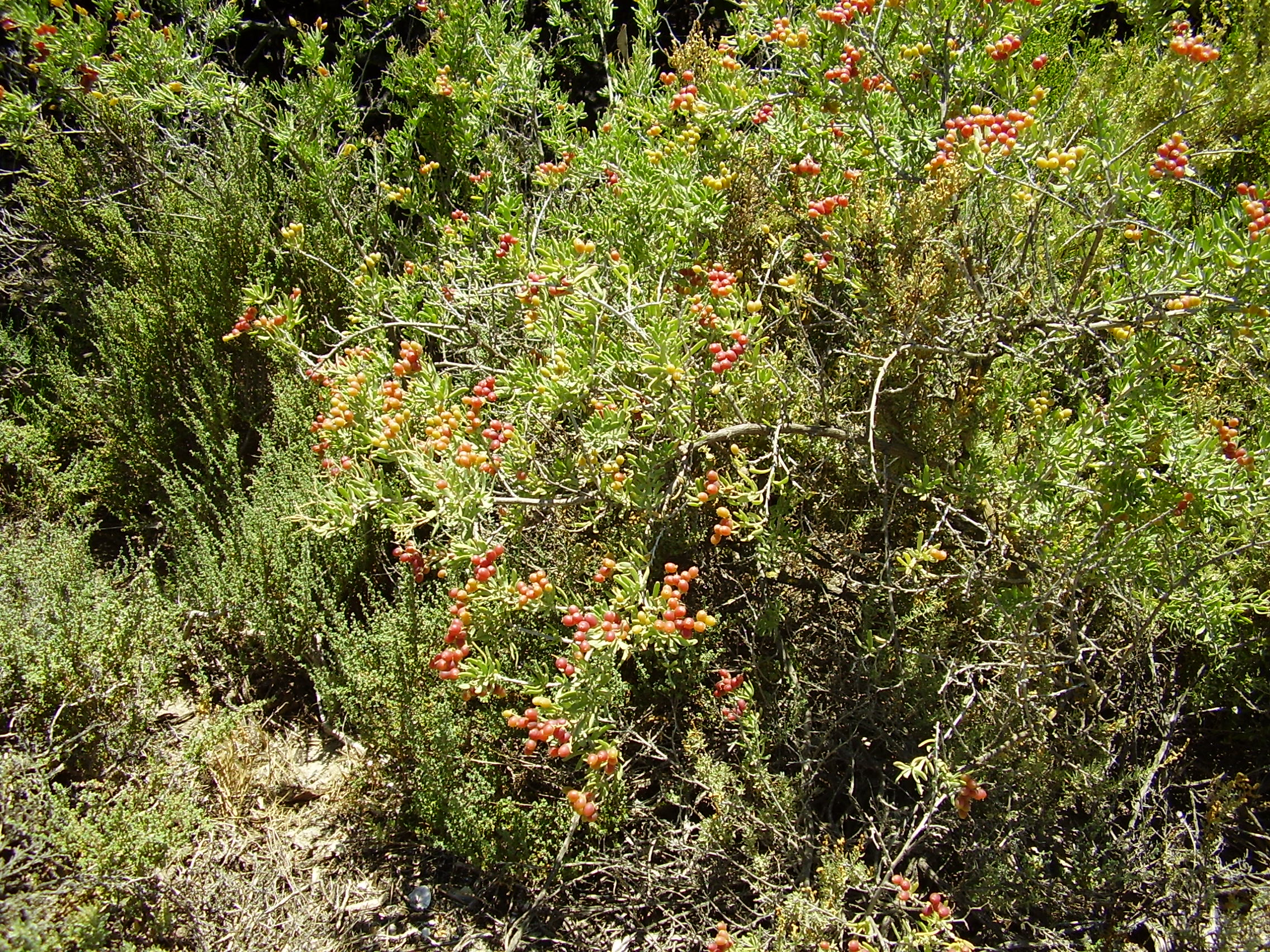
Nitraria billardierei (ähnlich sind Nitraria retusa, Nitraria schoberi)
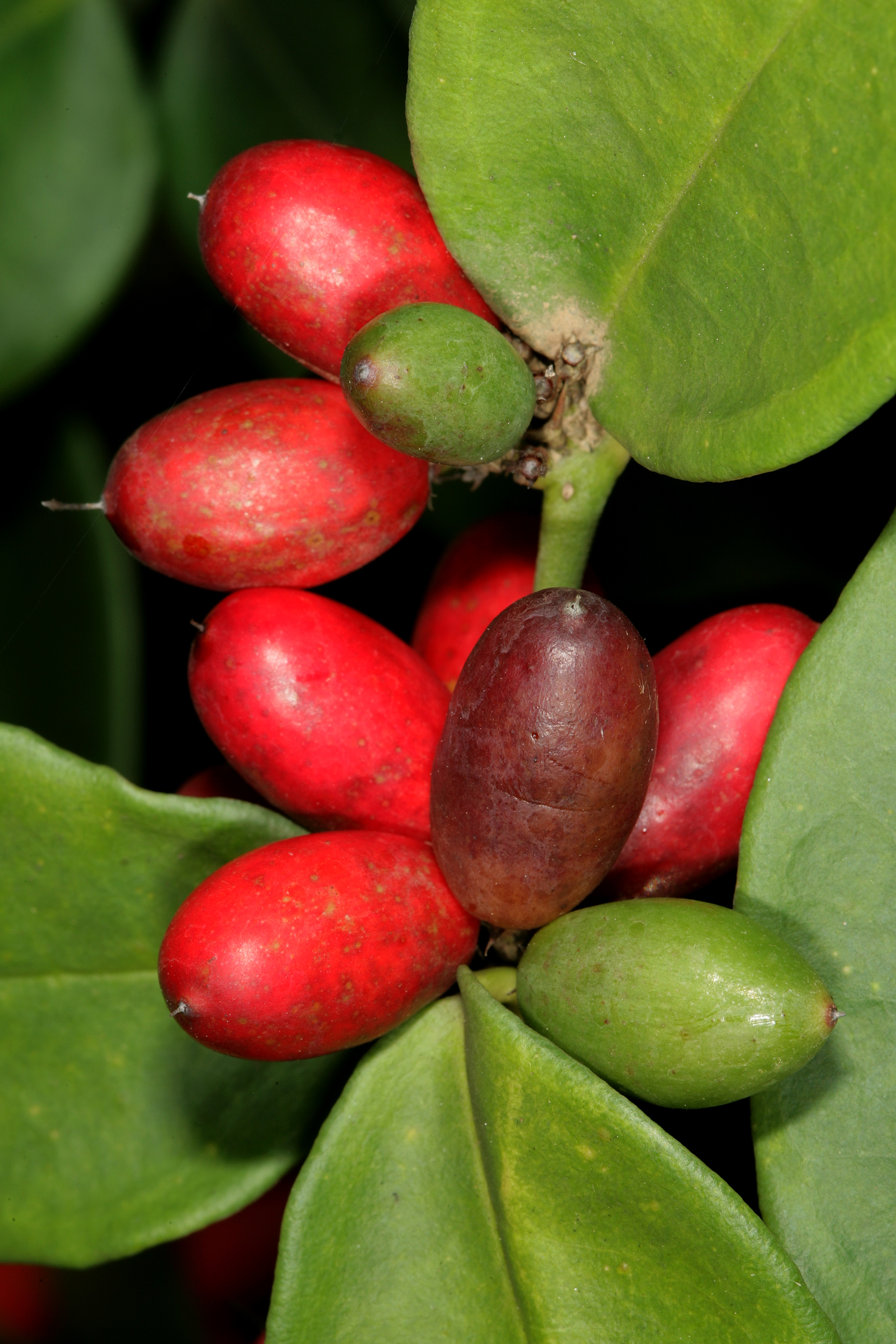
Num Num
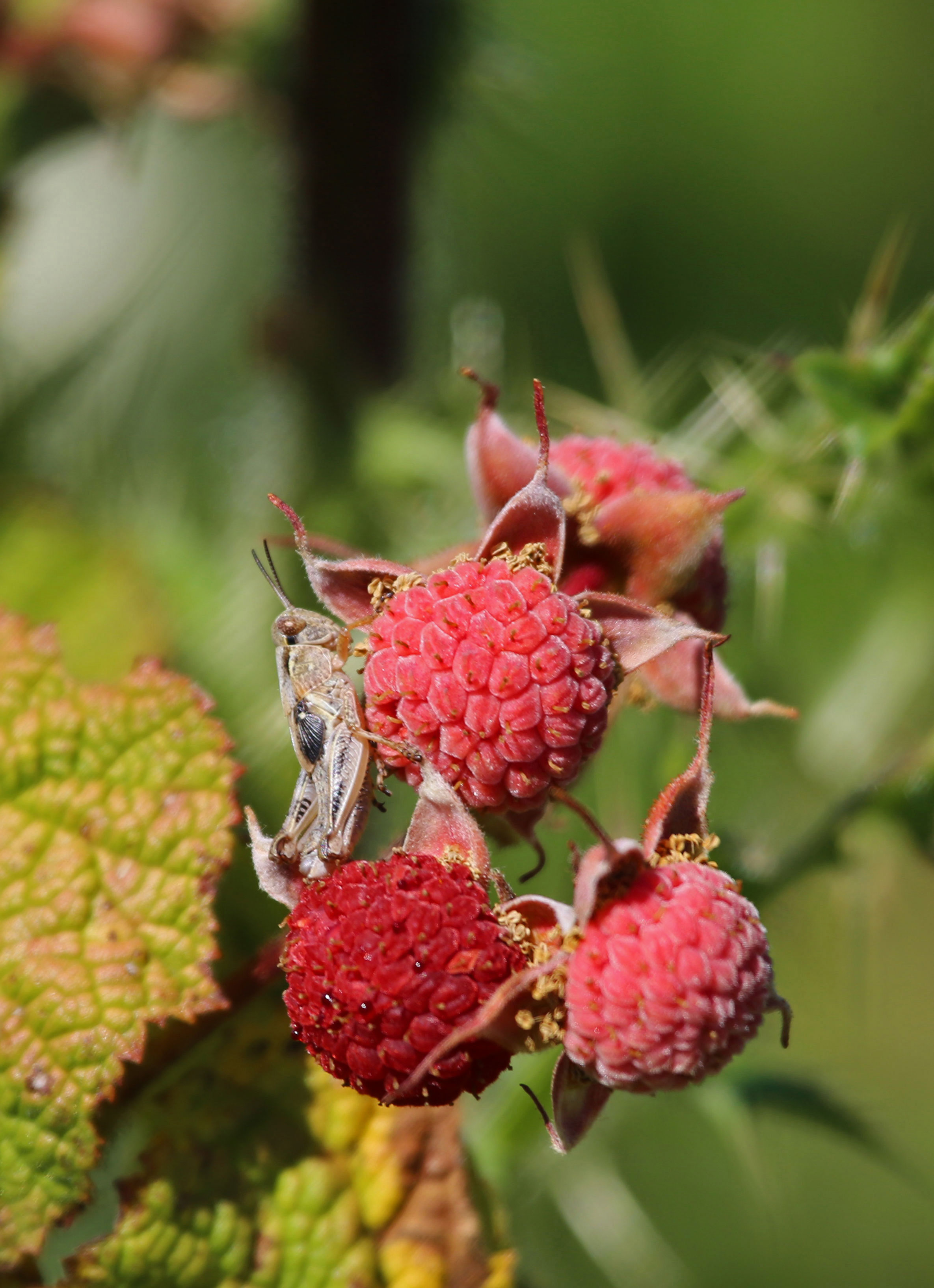
Nutka-Himbeere
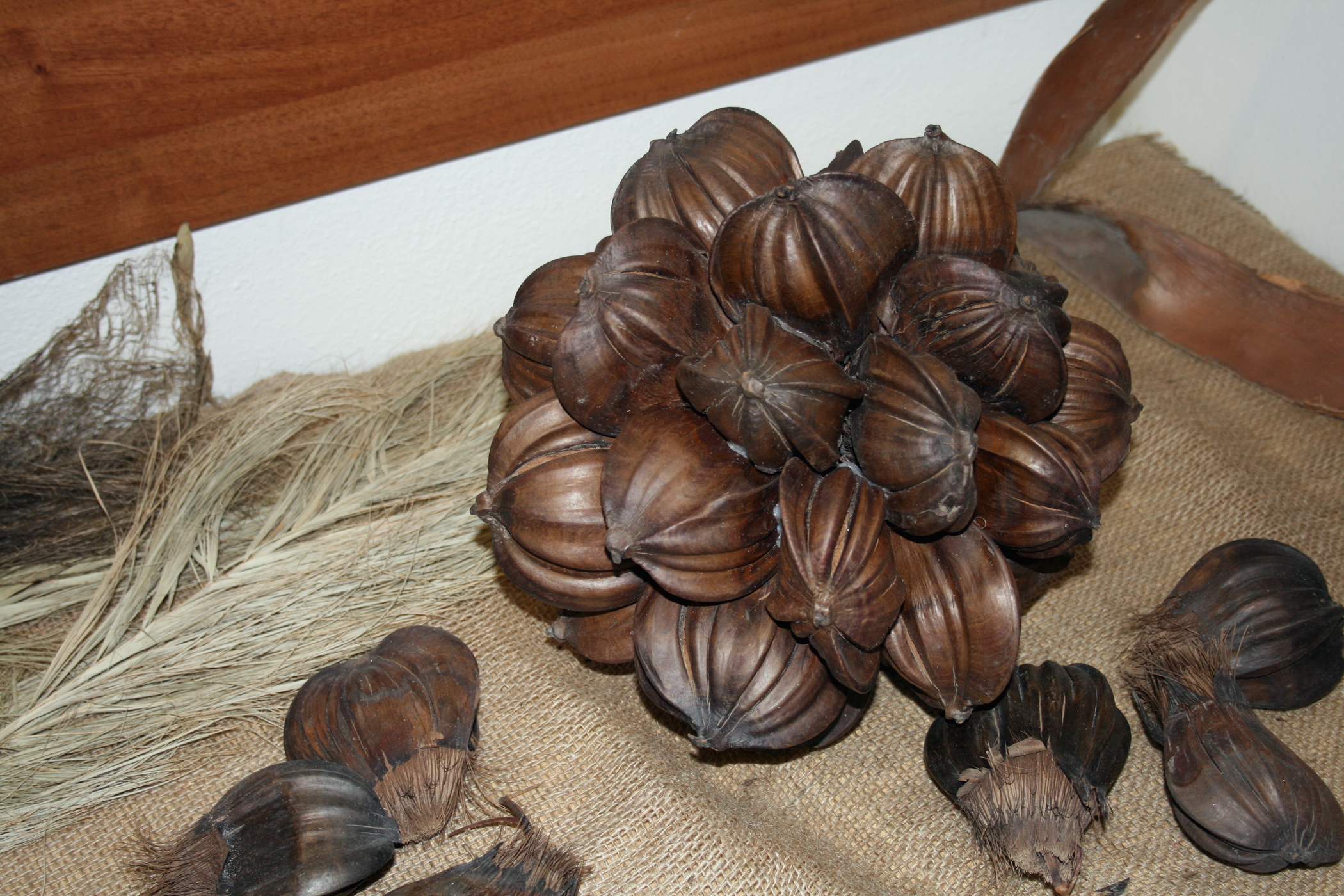
Nipa
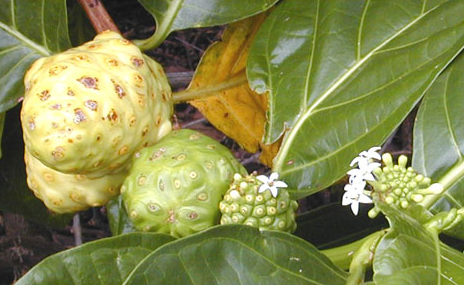
Noni
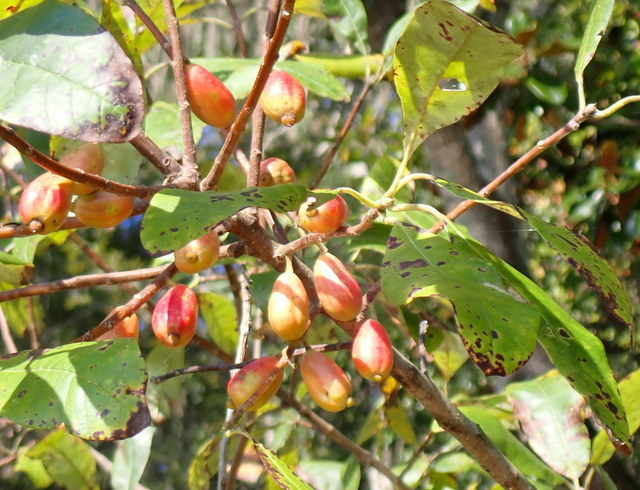
Ogeche (Ogeechee) (meist gekocht oder als Saft)
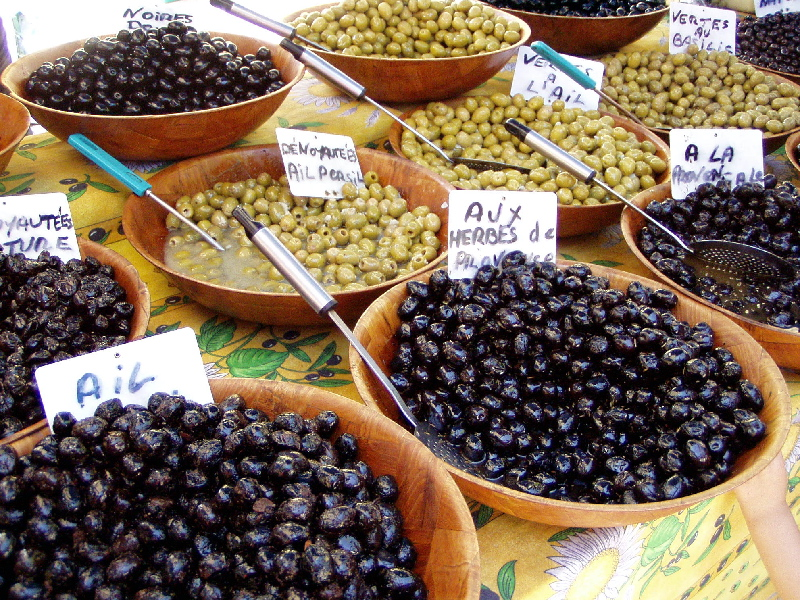
Olive
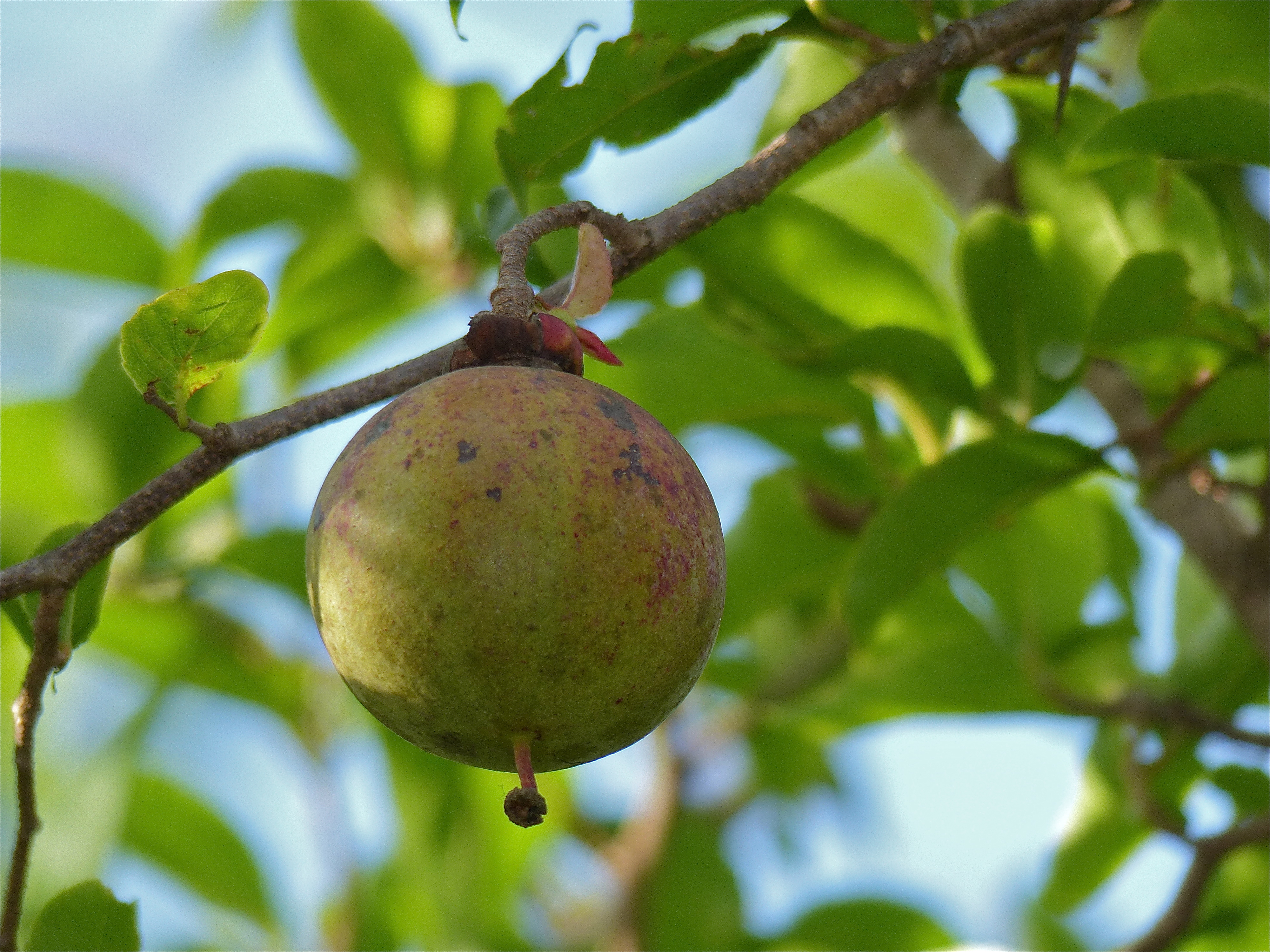
Oncoba spinosa (ähnlich ist Oncoba tettensis)
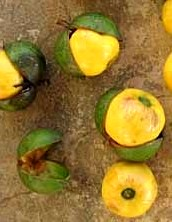
Ongokea gore
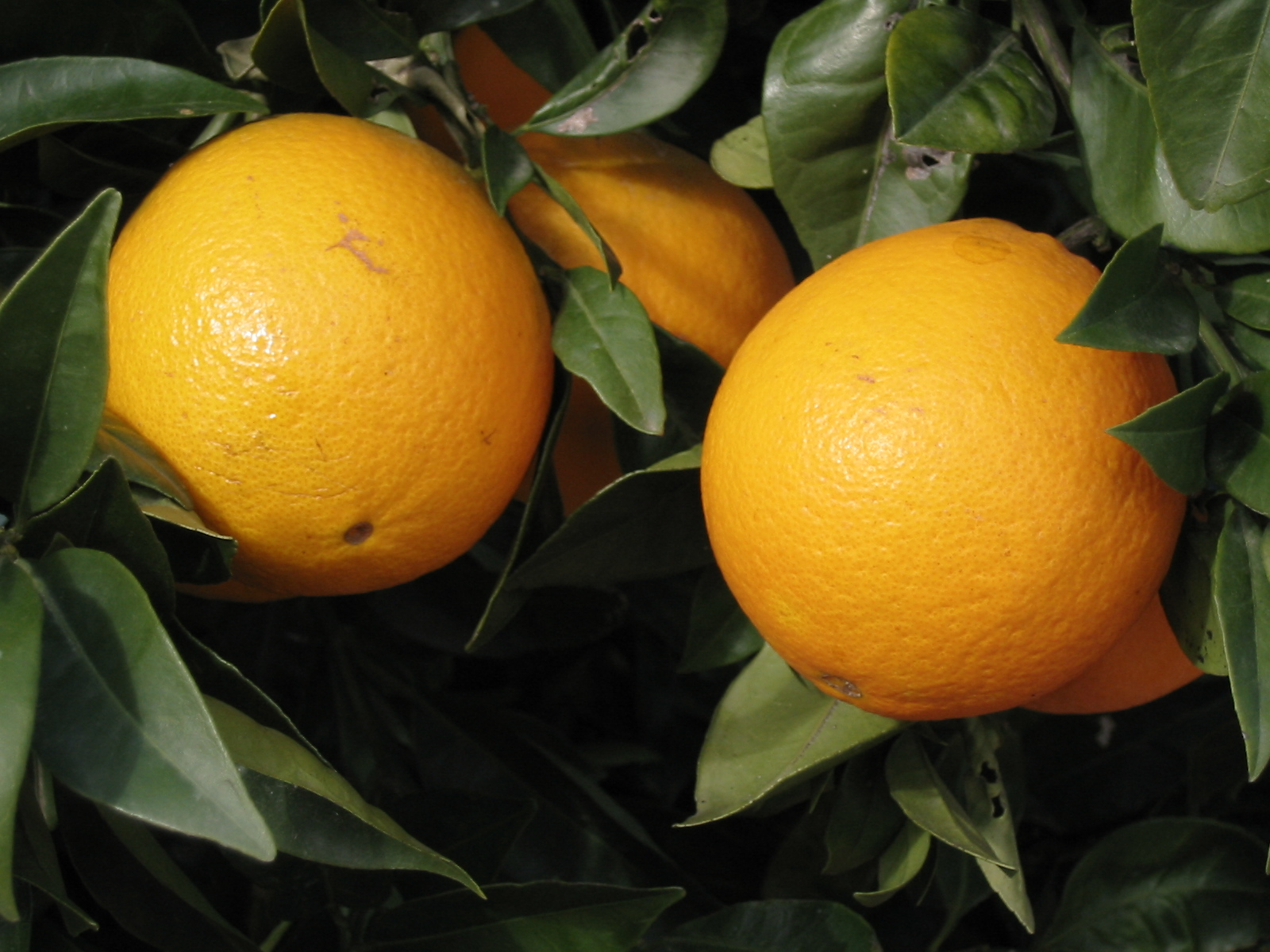
Orange
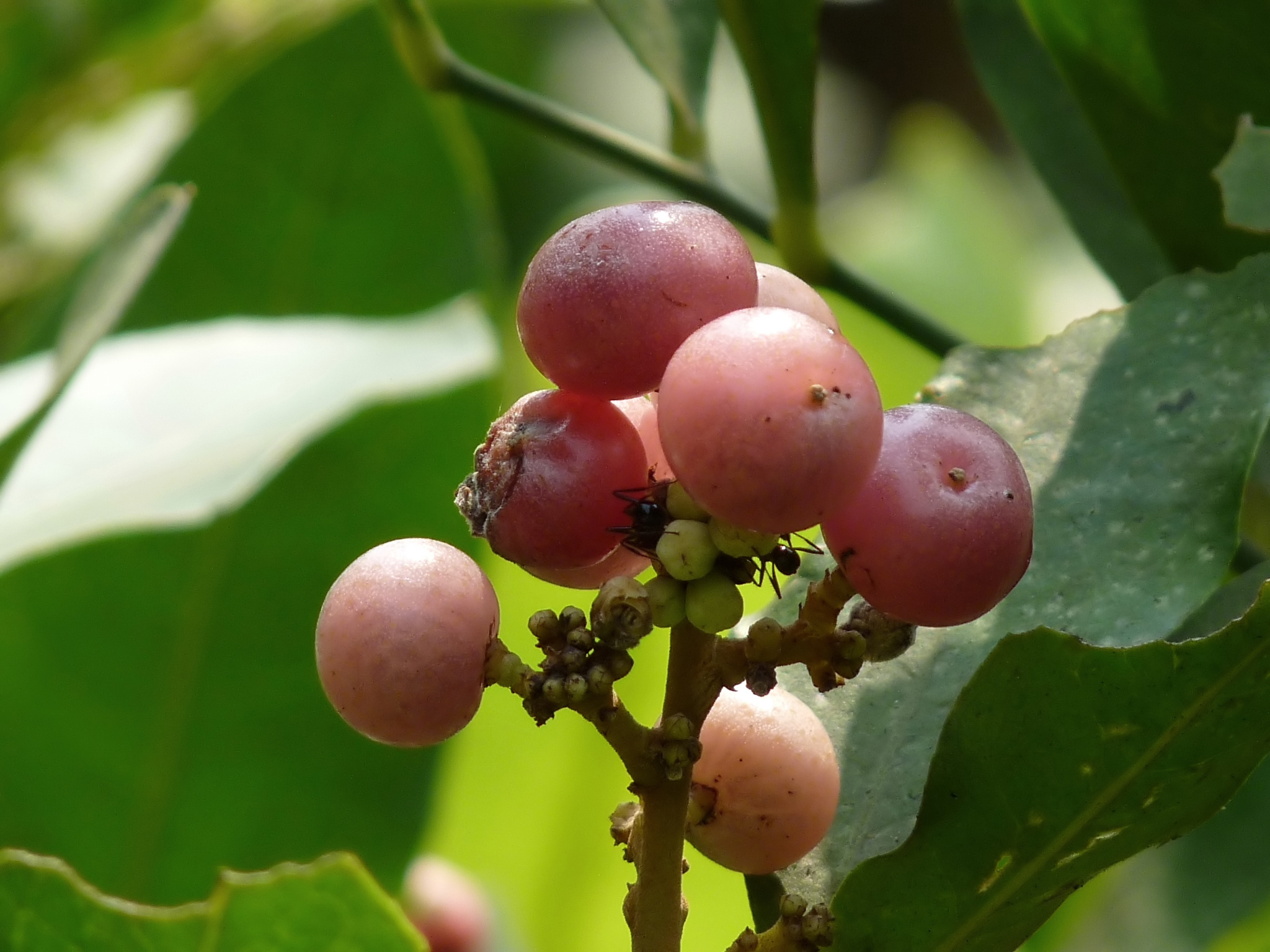
Orangenbeere
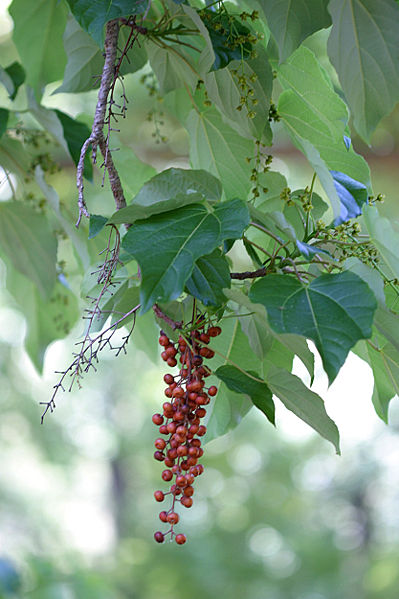
Orangenkirsche
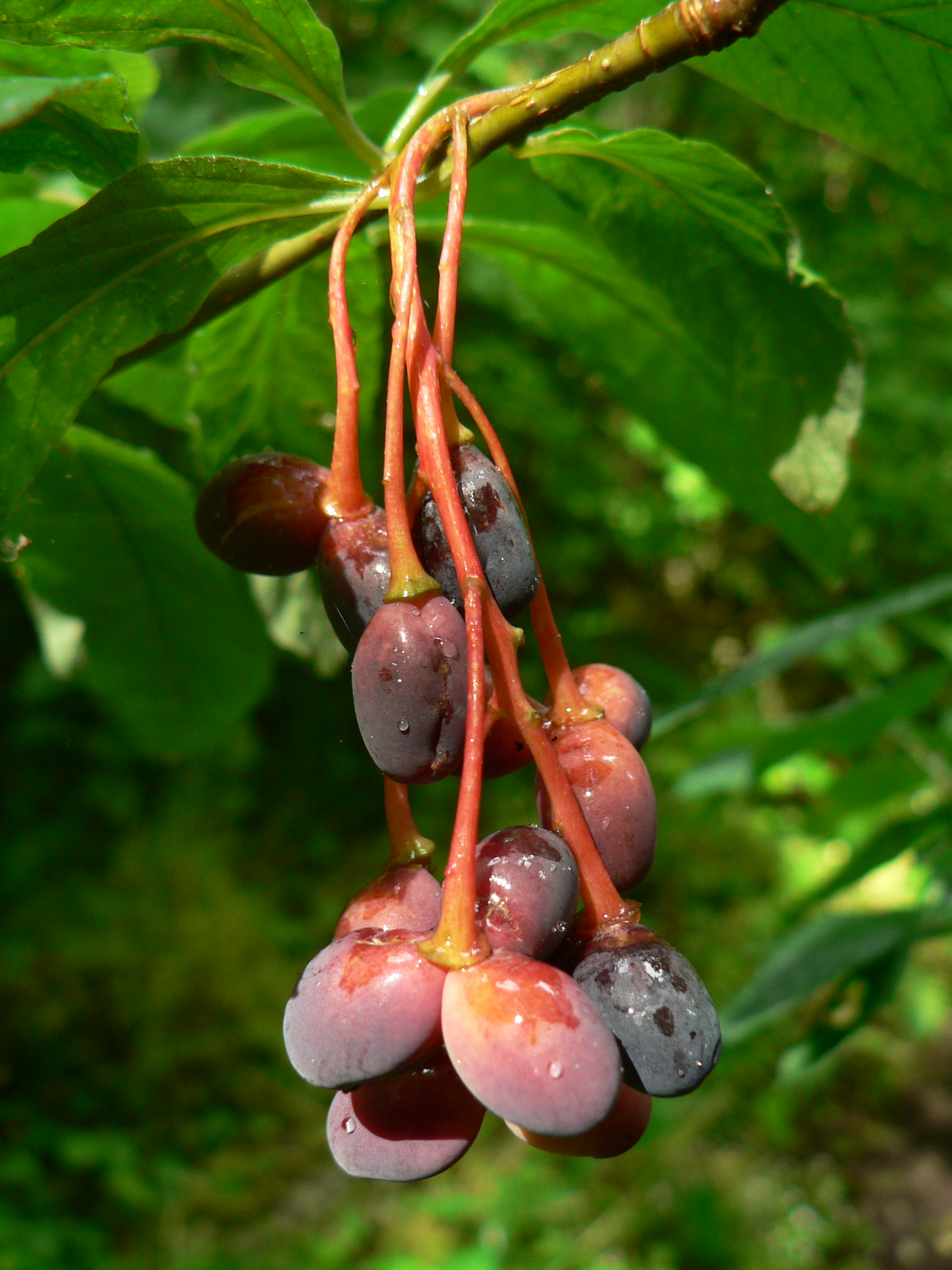
Oregonpflaume
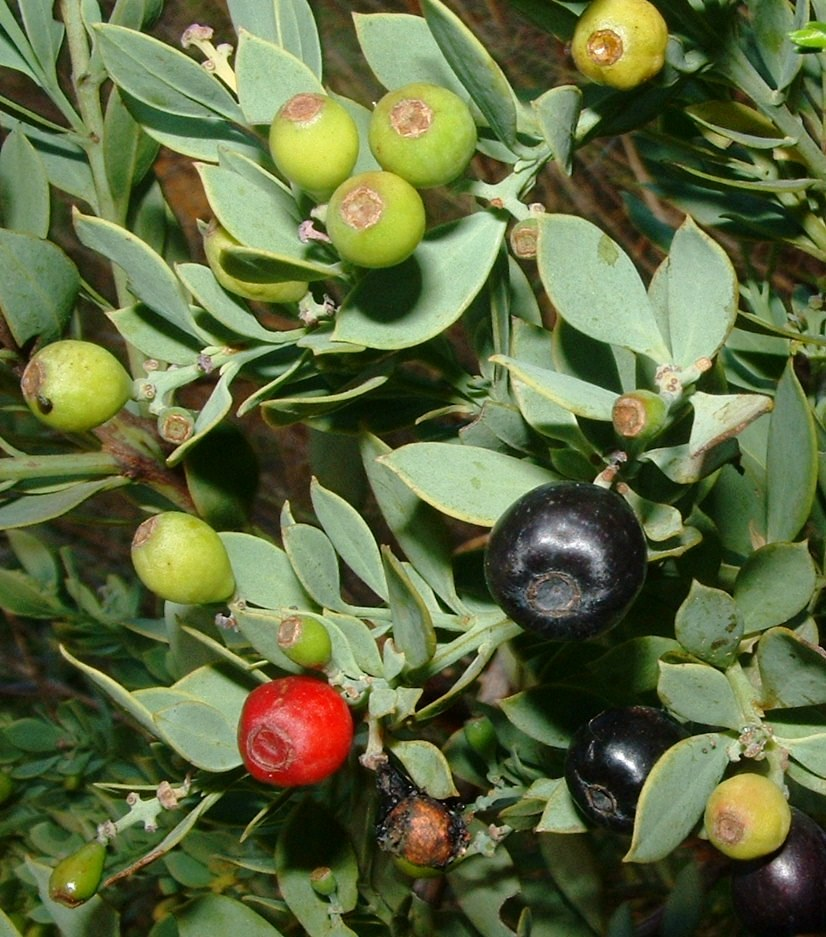
Osyris compressa
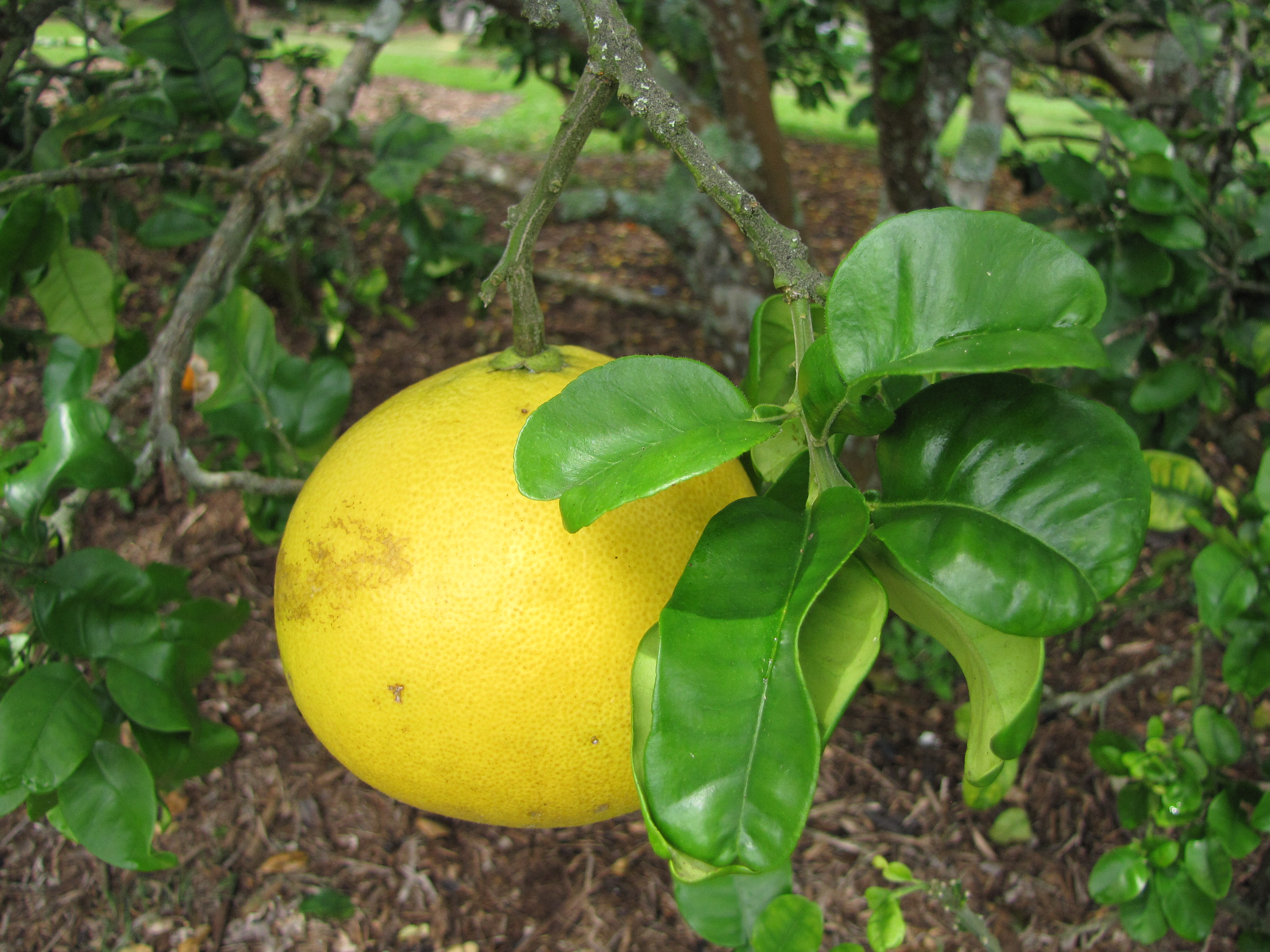
Pampelmuse
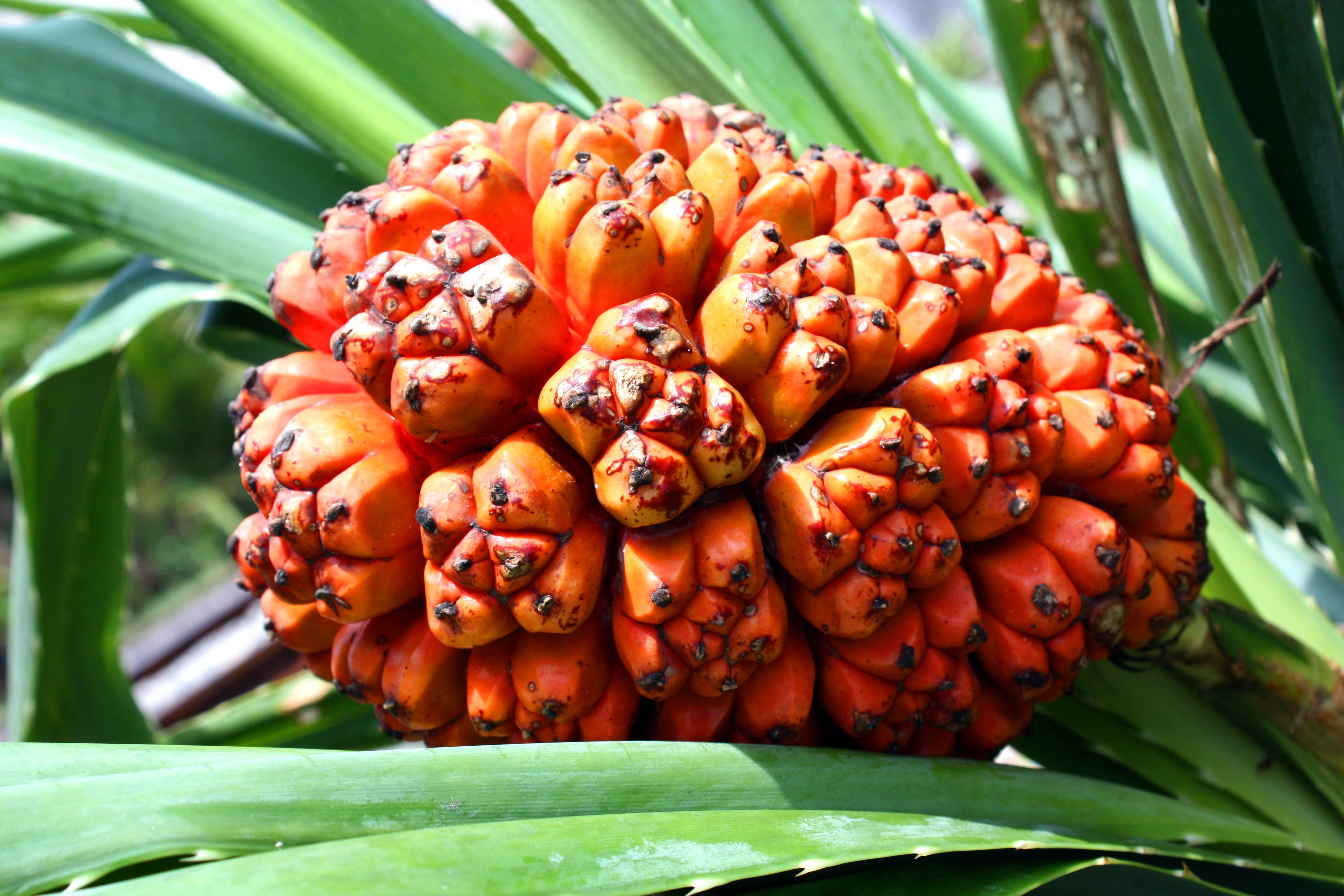
Pandanus, Hala (Pandanus tectorius, Pandanus edulis, Pandanus odorifer)
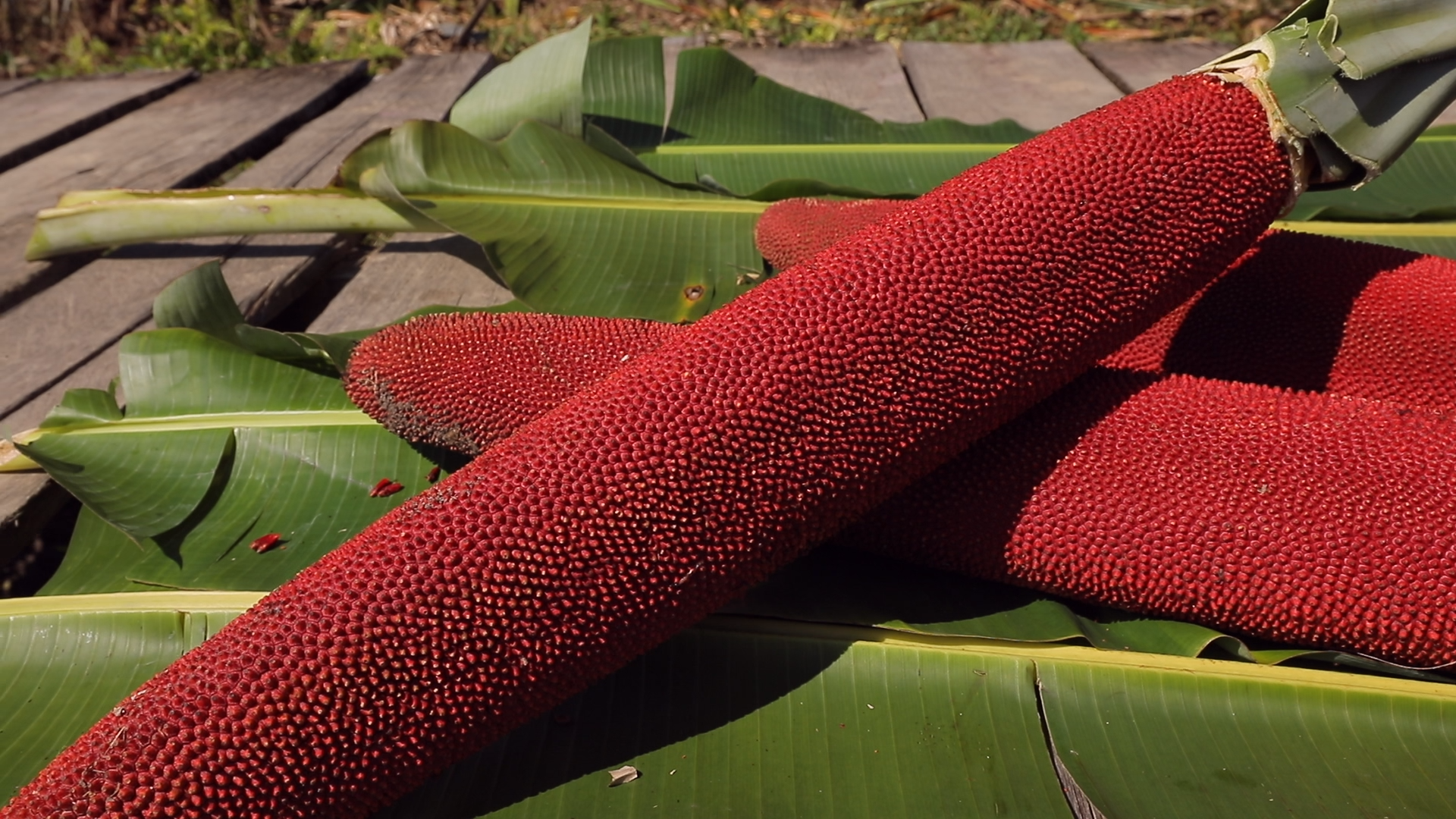
Pandanus conoideus
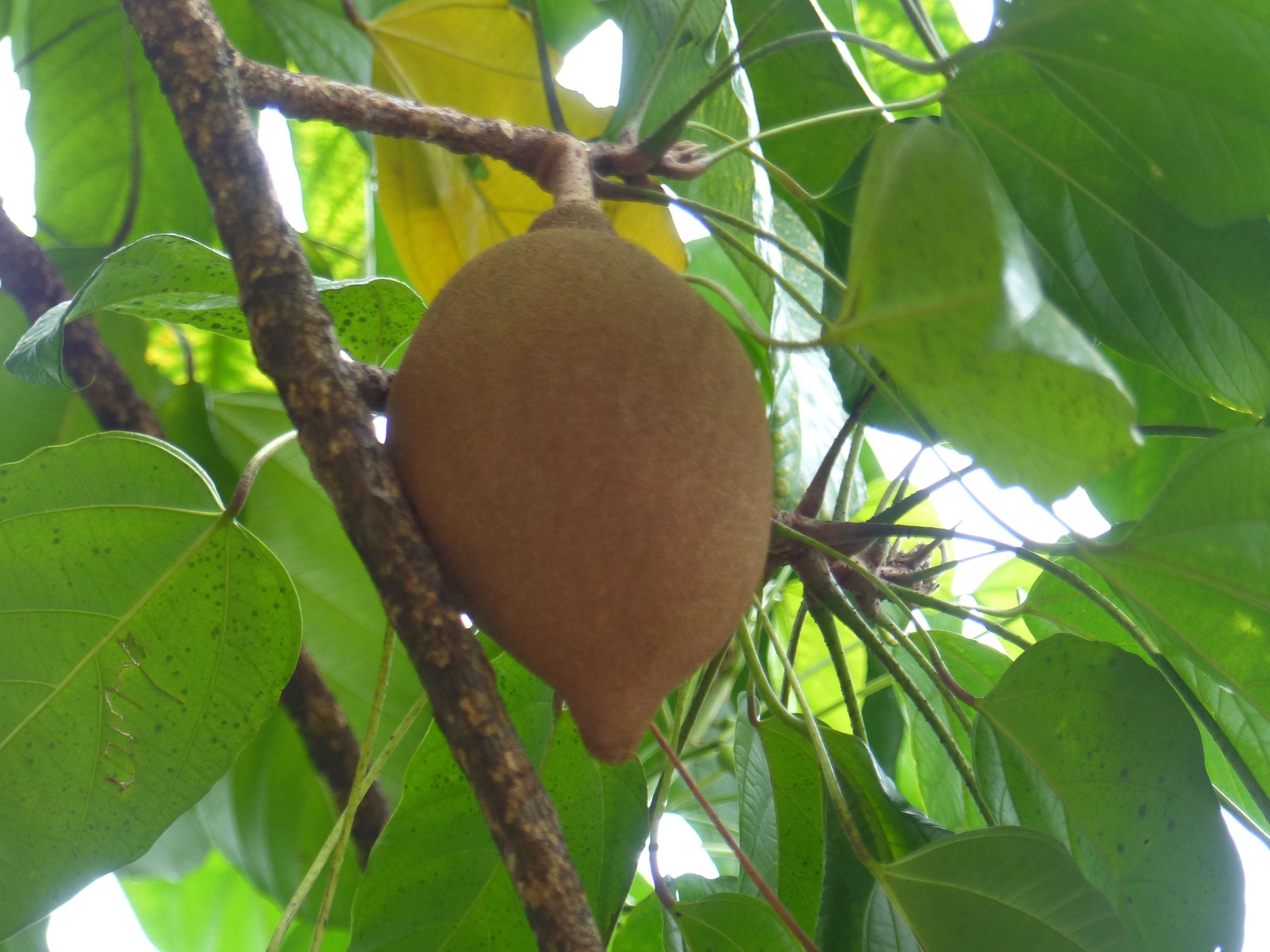
Pangi
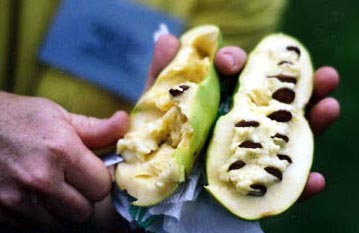
Papau (Pawpaw)
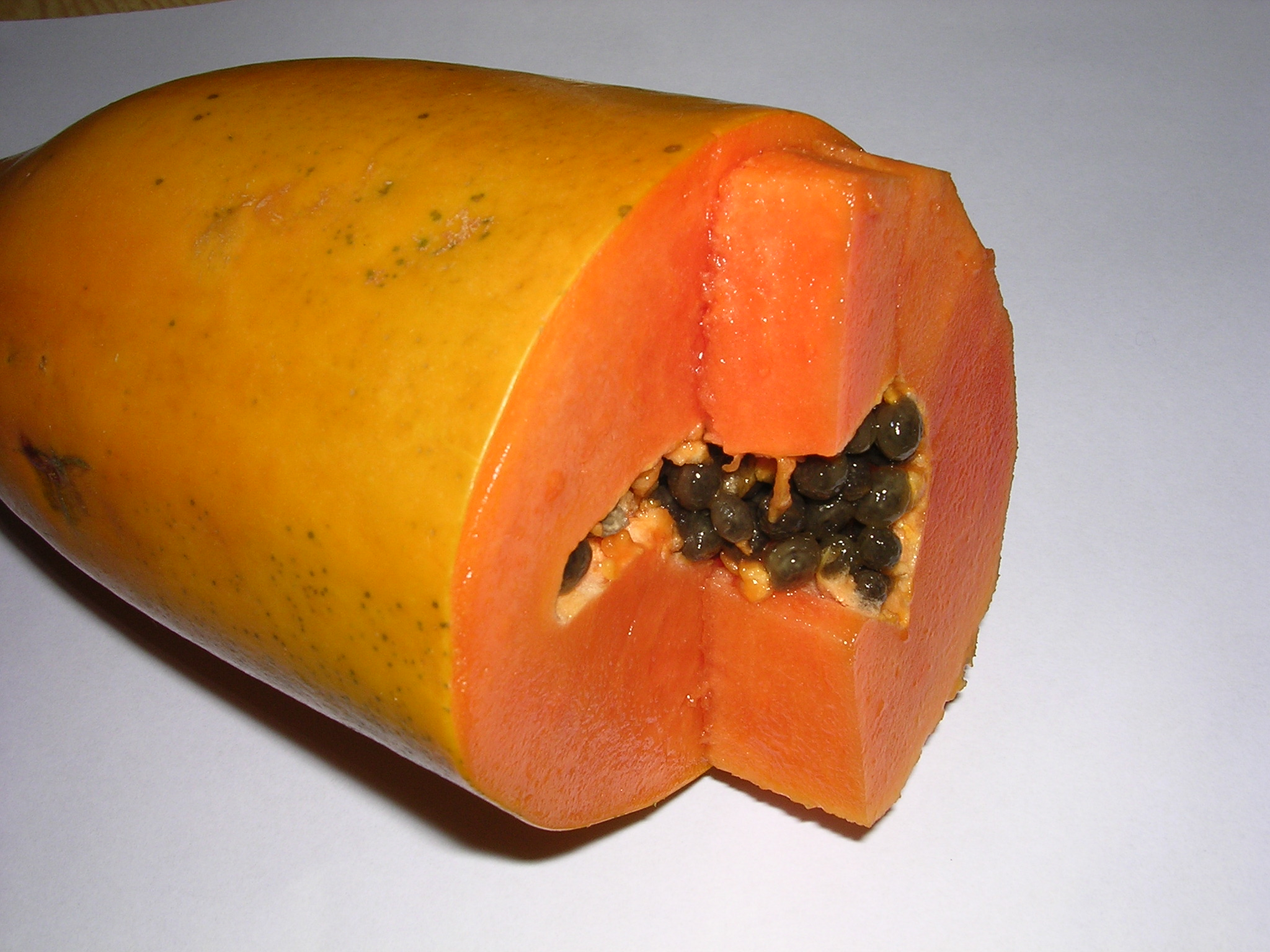
Papaya
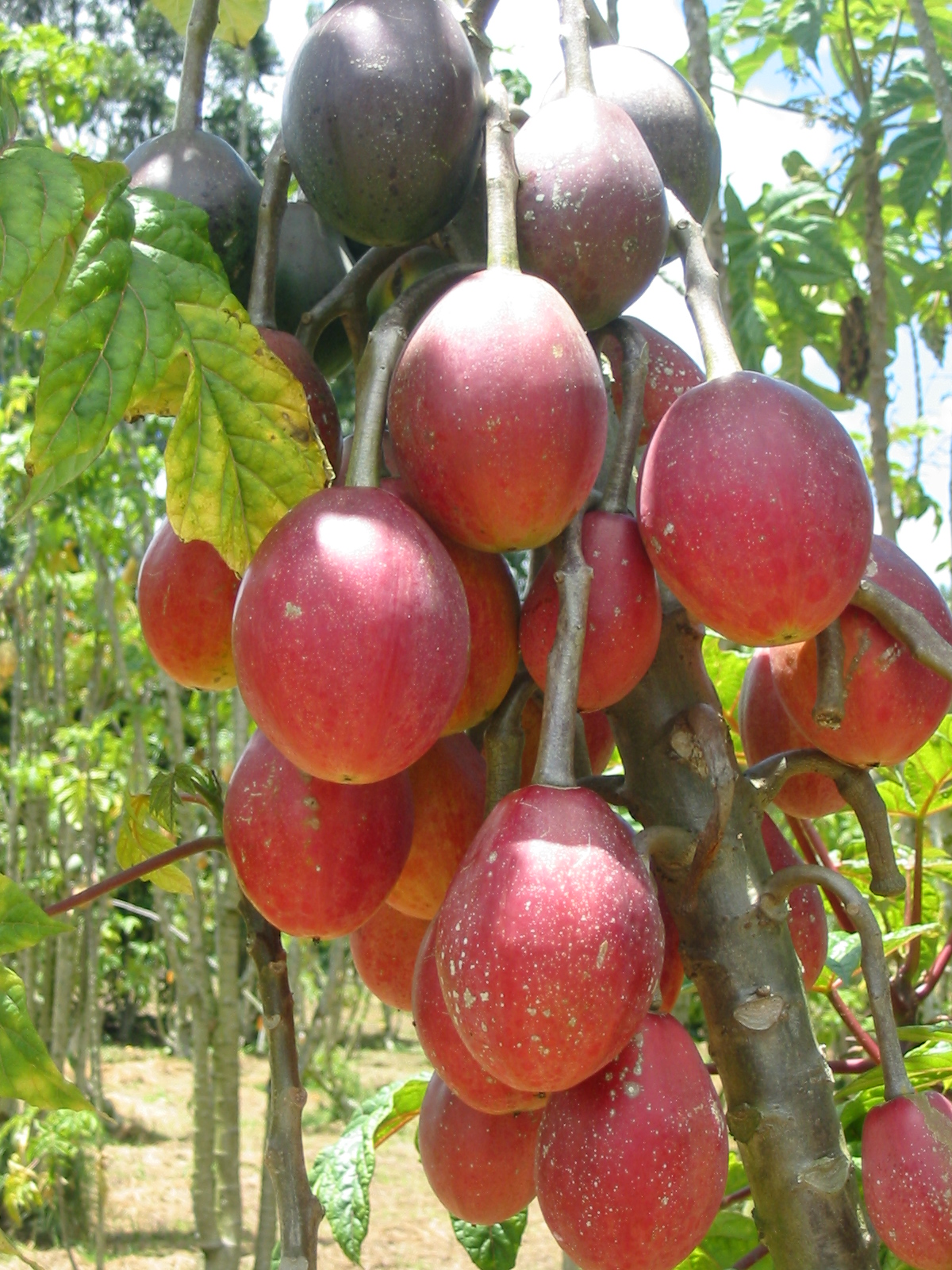
Papayuelo (Rote)
Papiermaulbeerbaum
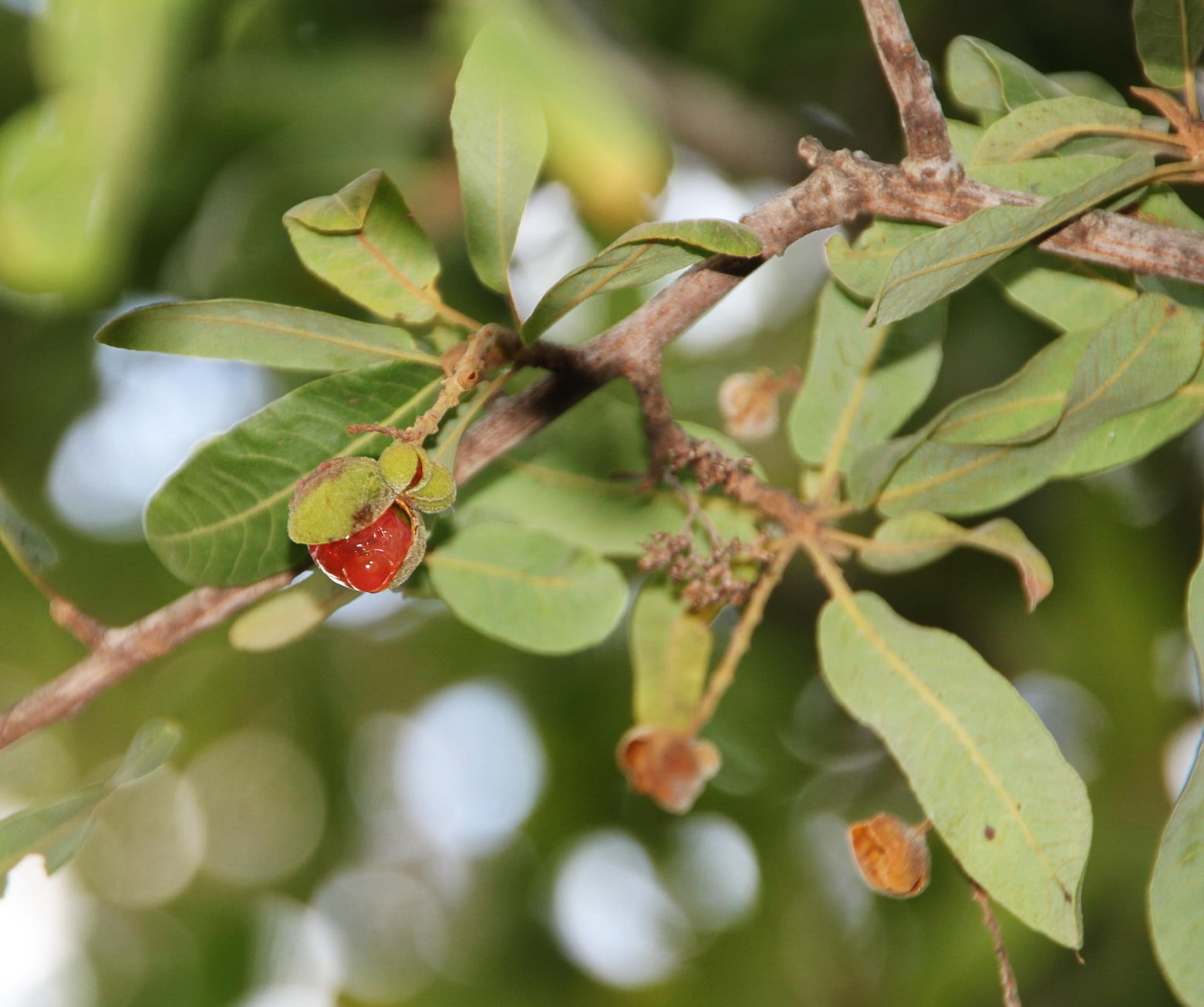
Pappea capensis
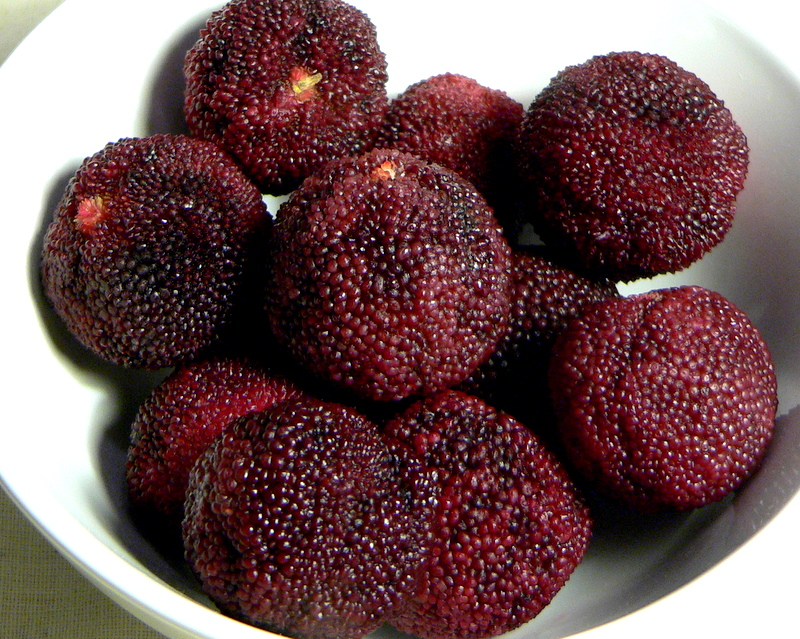
Pappelpflaume
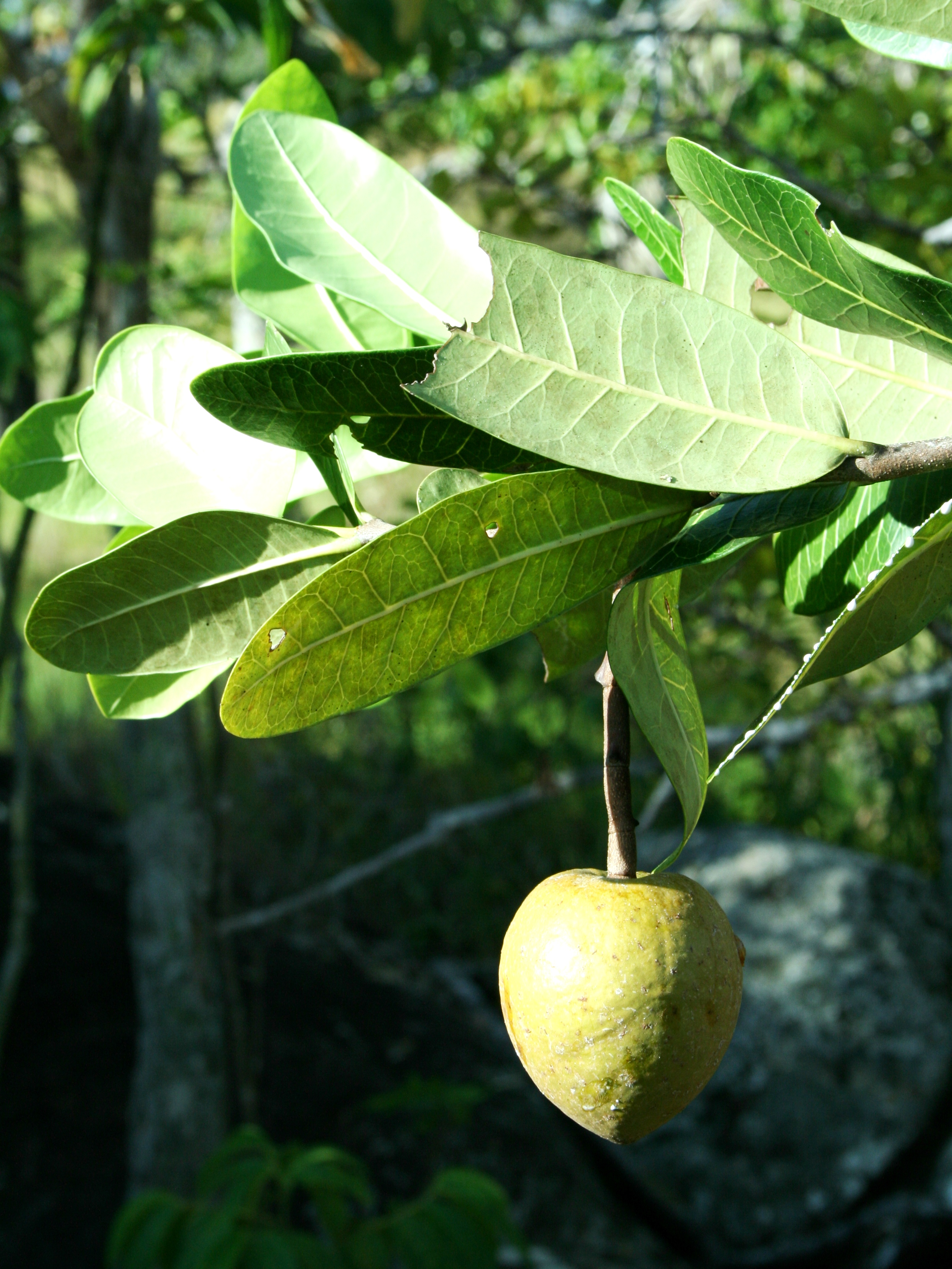
Parahancornia surrogata
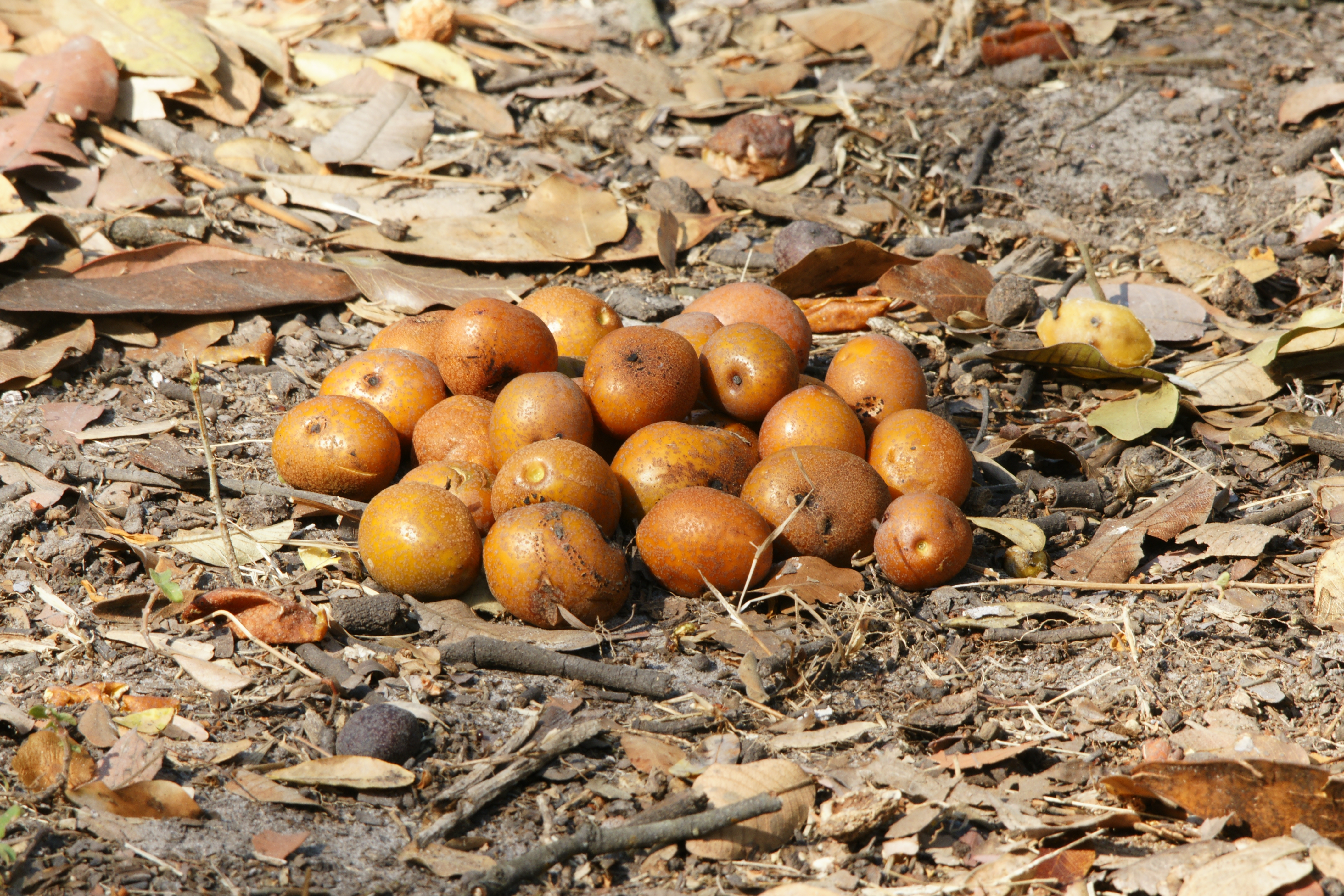
Parinari curatellifolia
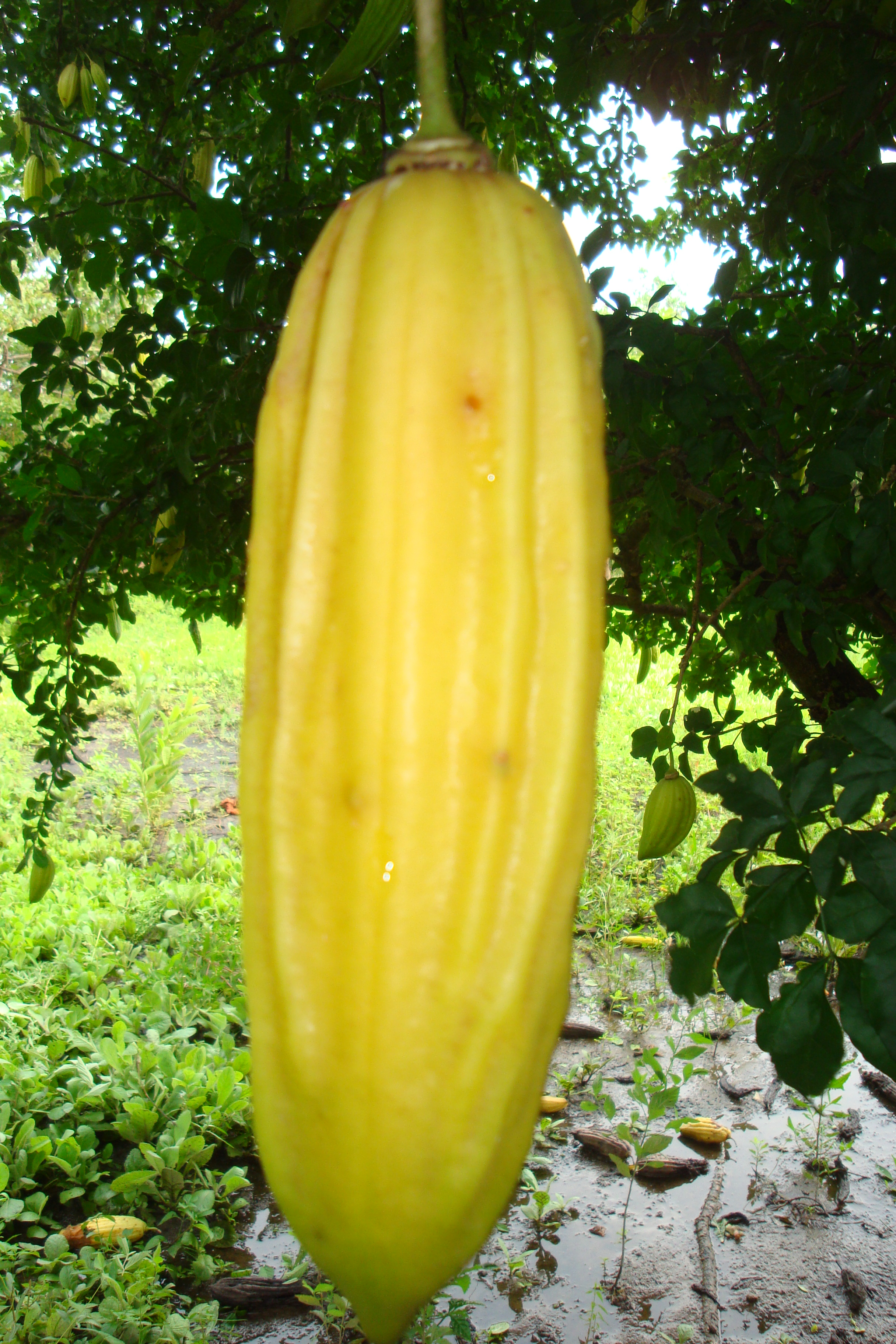
Parmentiera aculeata
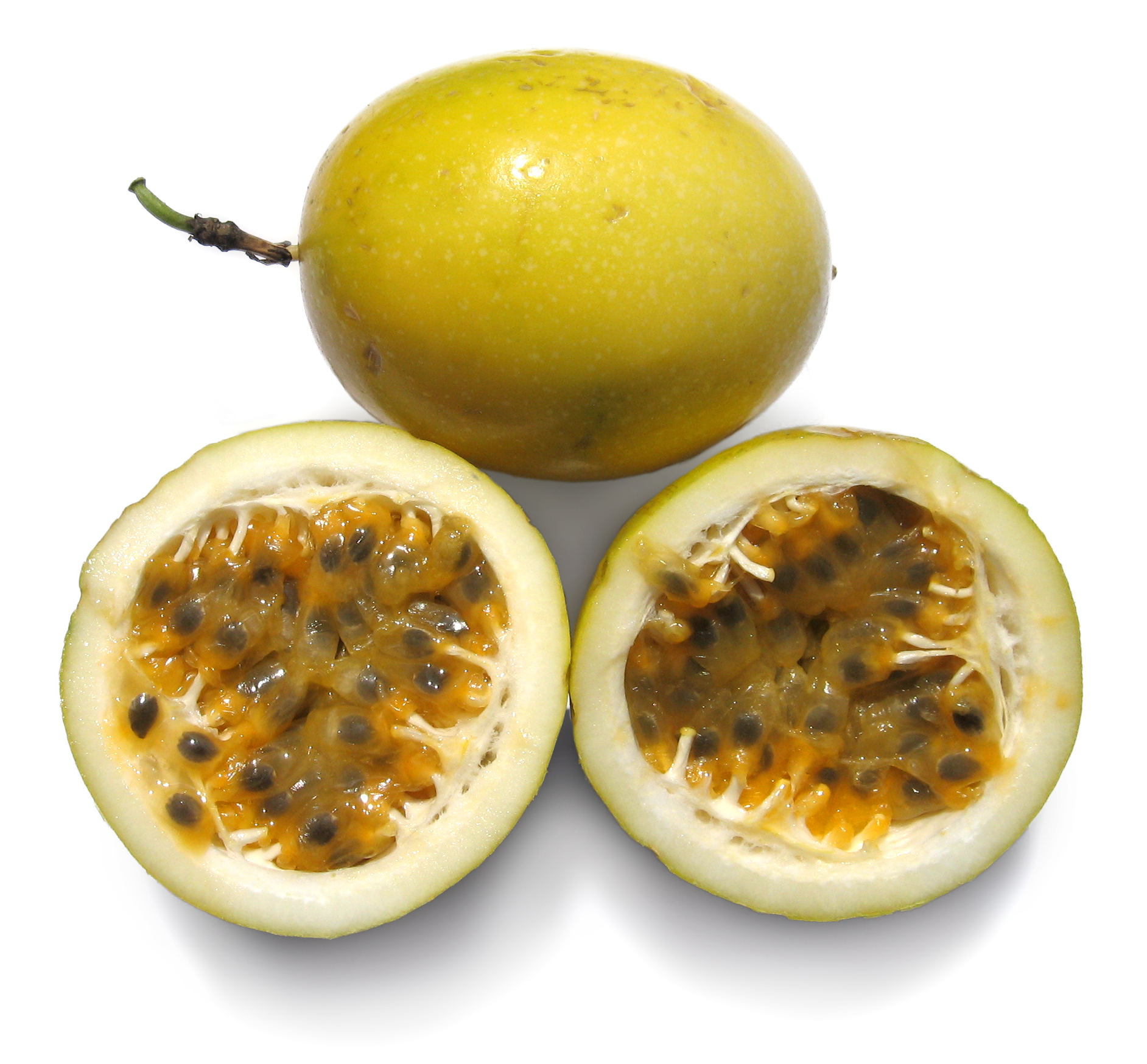
Passionsfrucht (Gelbe Granadilla, Maracuja)
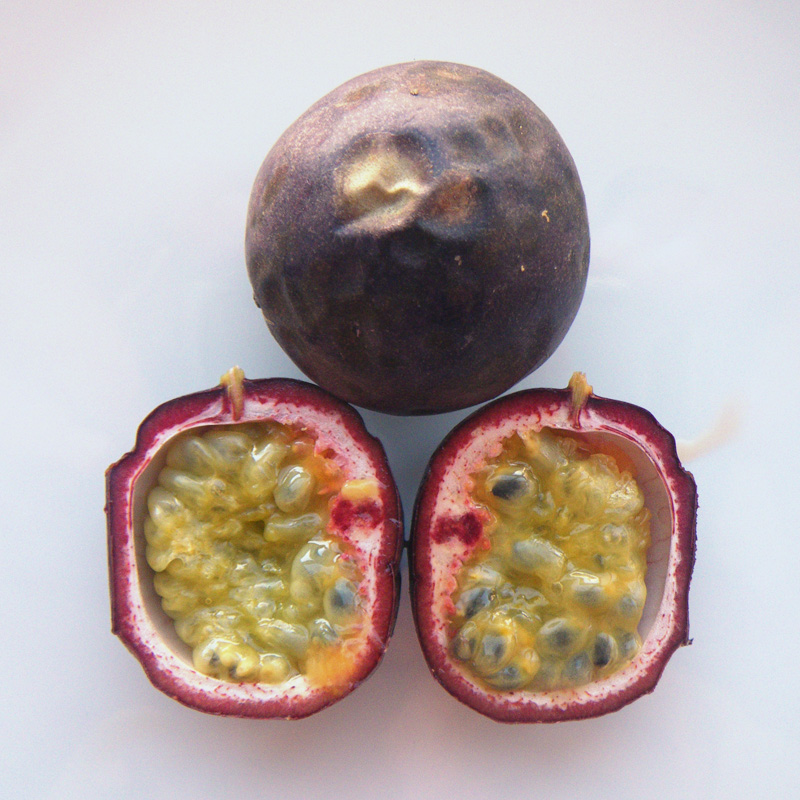
Passionsfrucht (Purpurgranadilla, Maracuja)
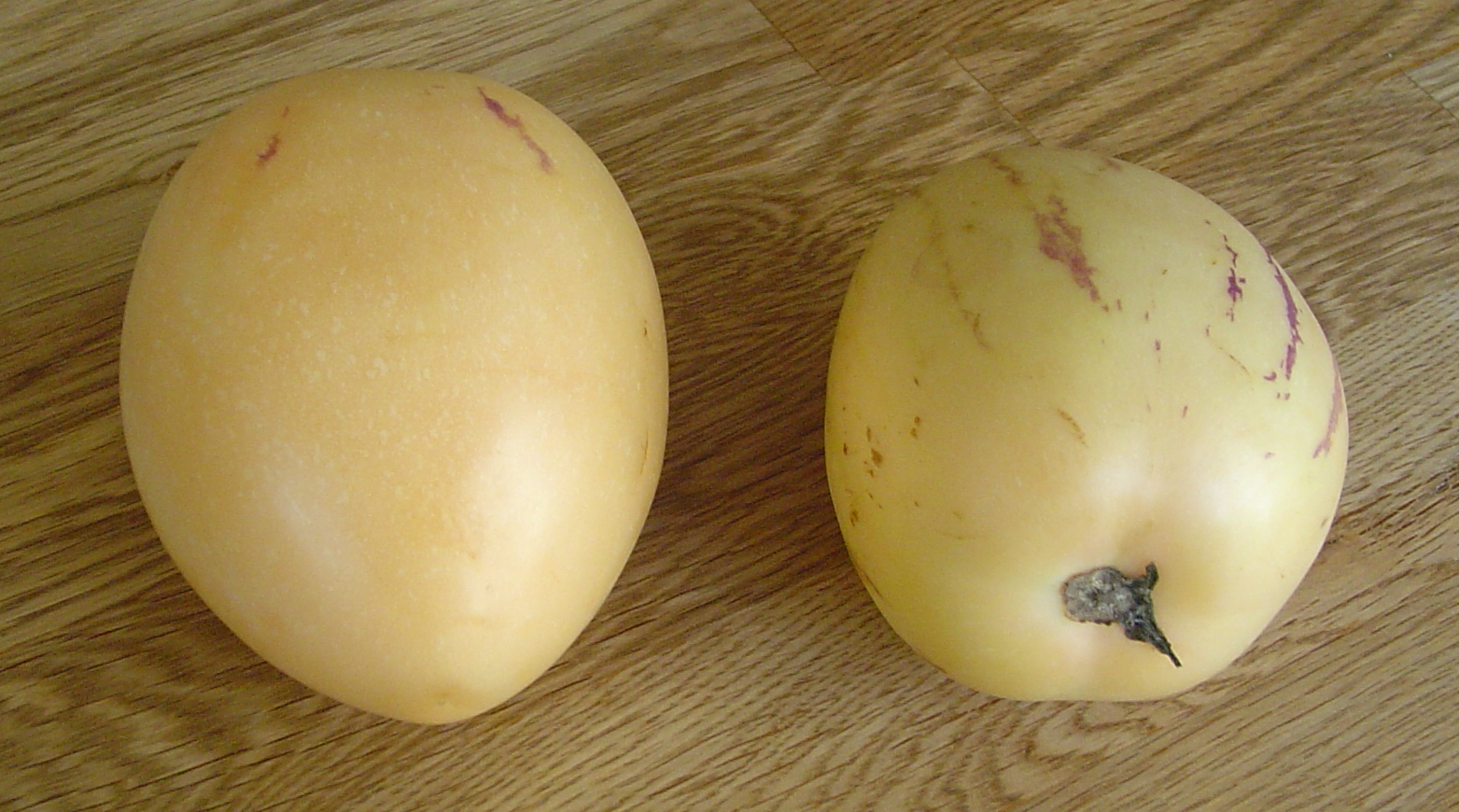
Pepino (Melonenbirne)
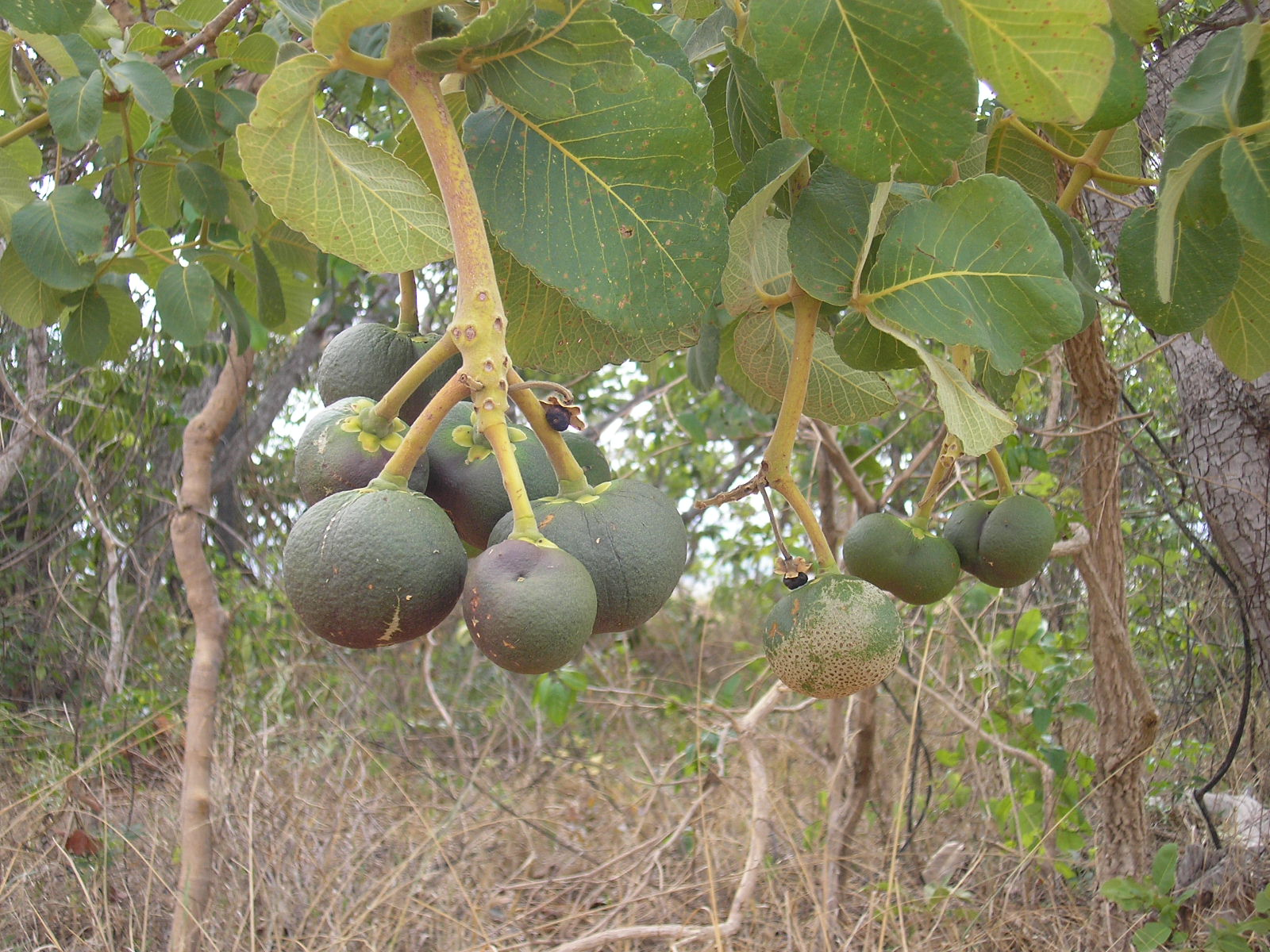
Pequi (nur gekocht; nur inneres Mesokarp)
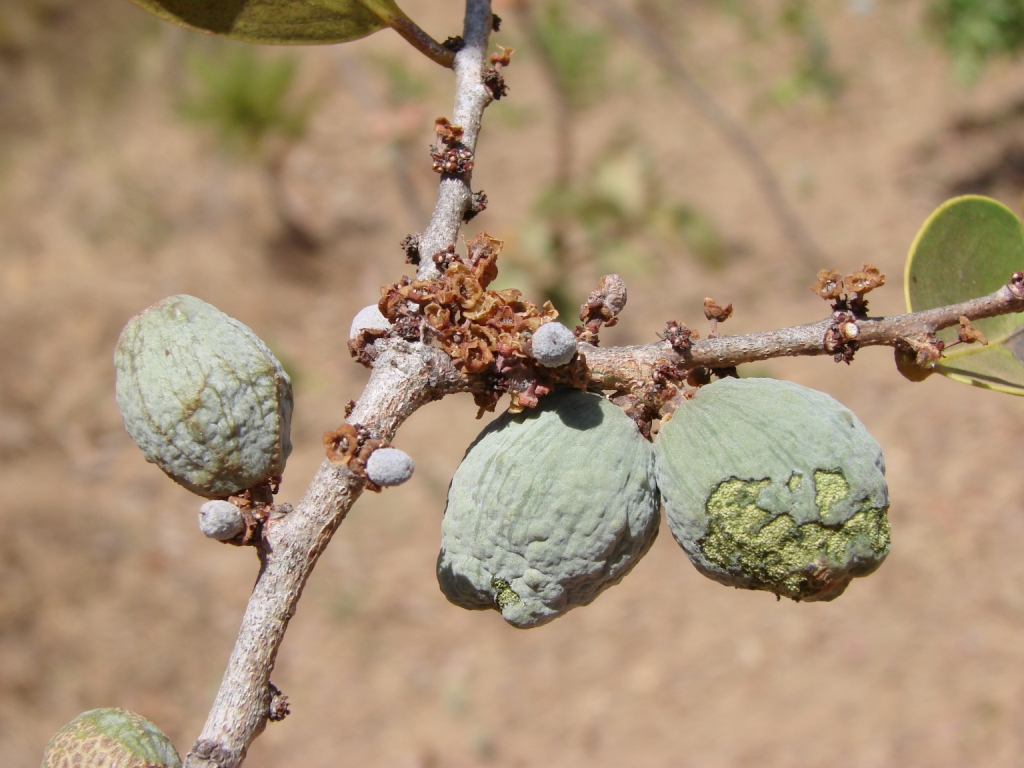
Peritassa campestris (unreif; reif sind sie orange)
Perlbeere
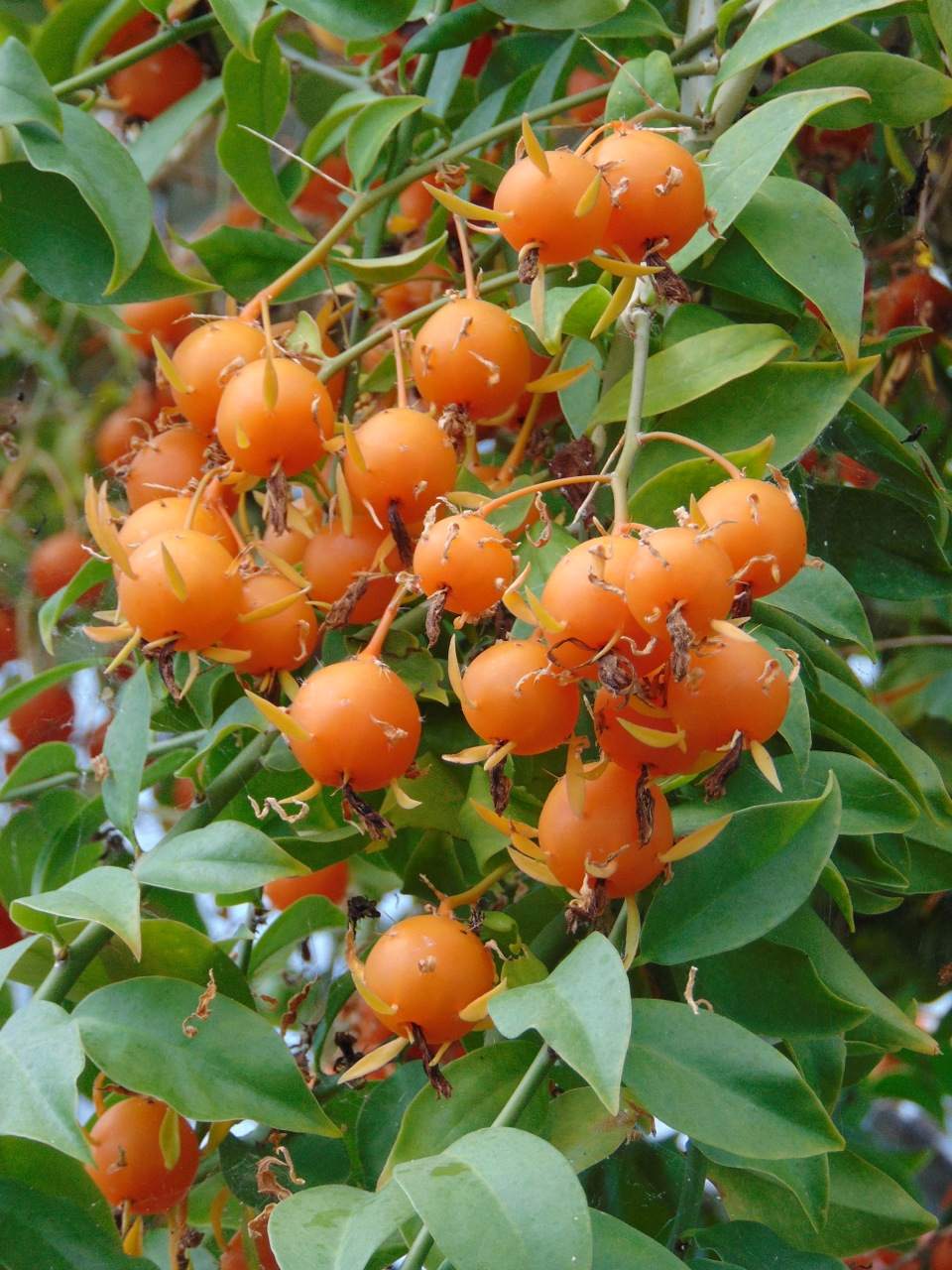
Pereskia aculeata
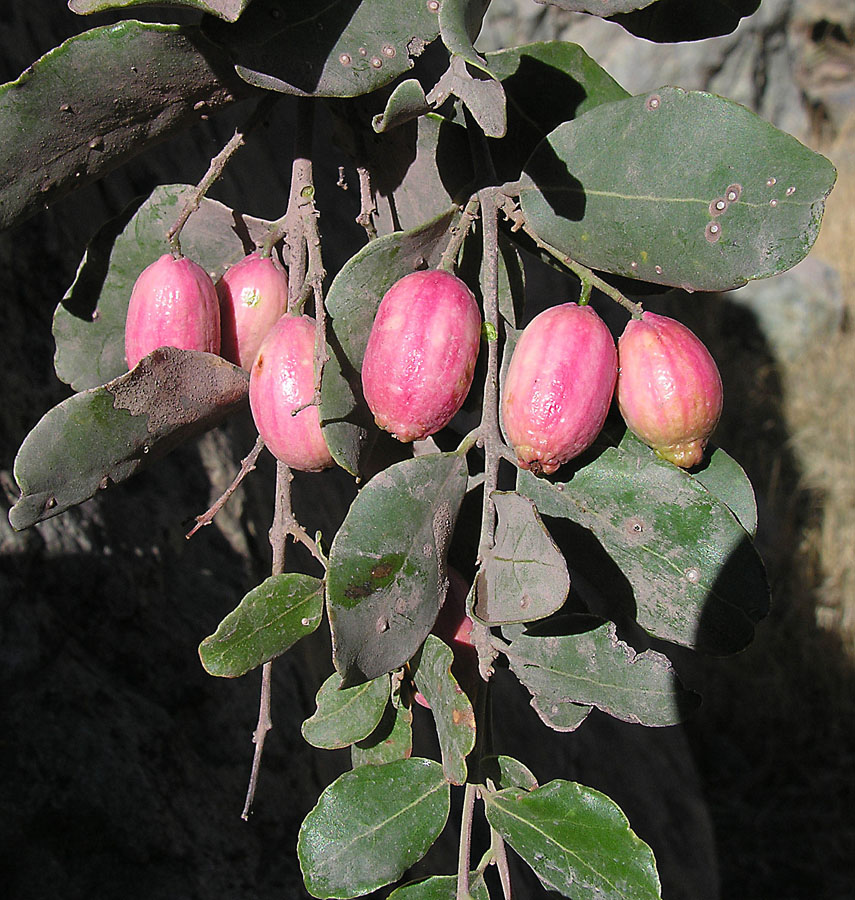
Peumo
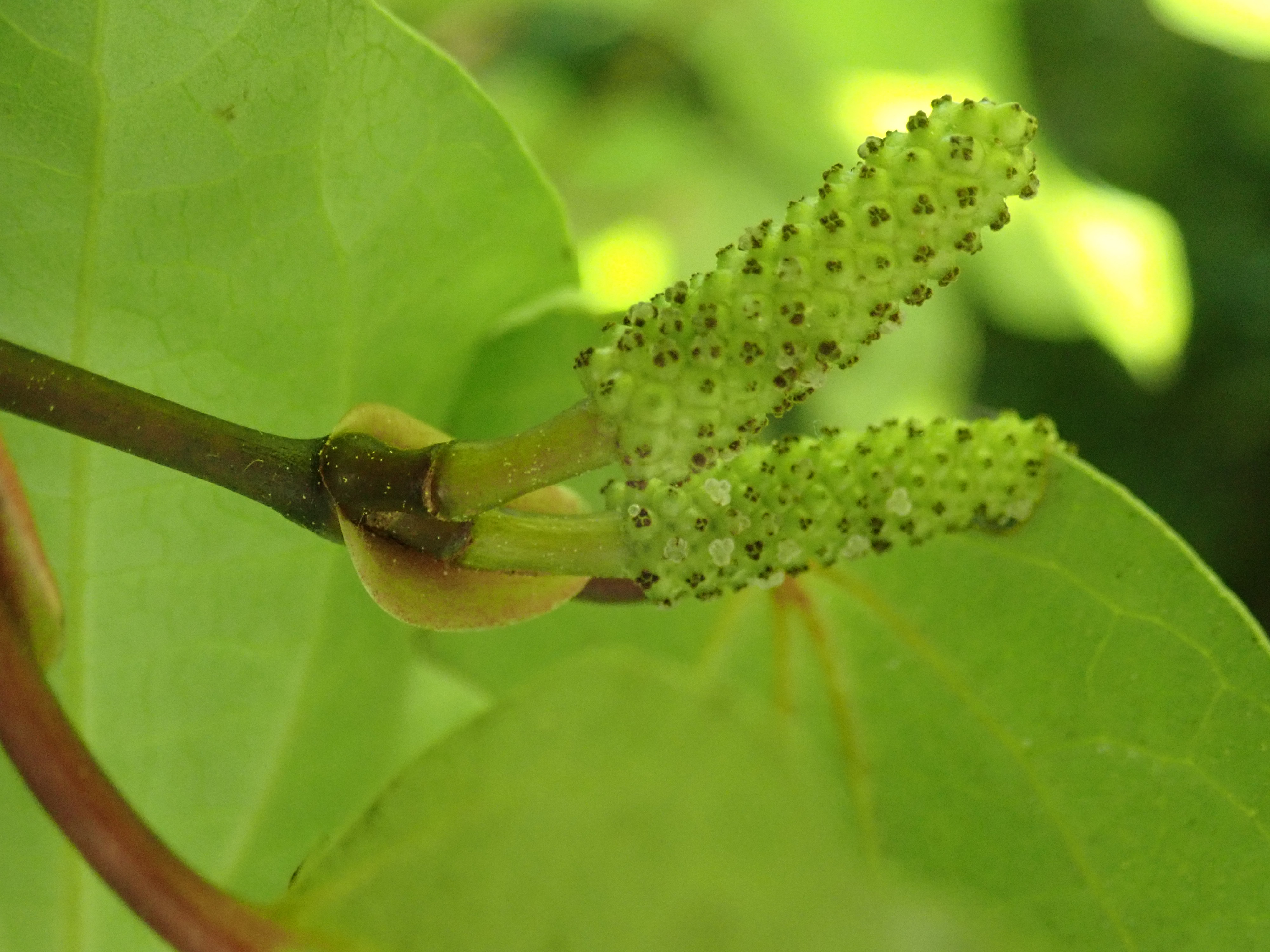
versch. Pfefferfrüchte (Piper excelsum, Piper peltatum, Piper umbellatum, Piper regnellii)
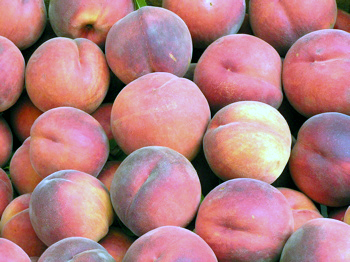
Pfirsich
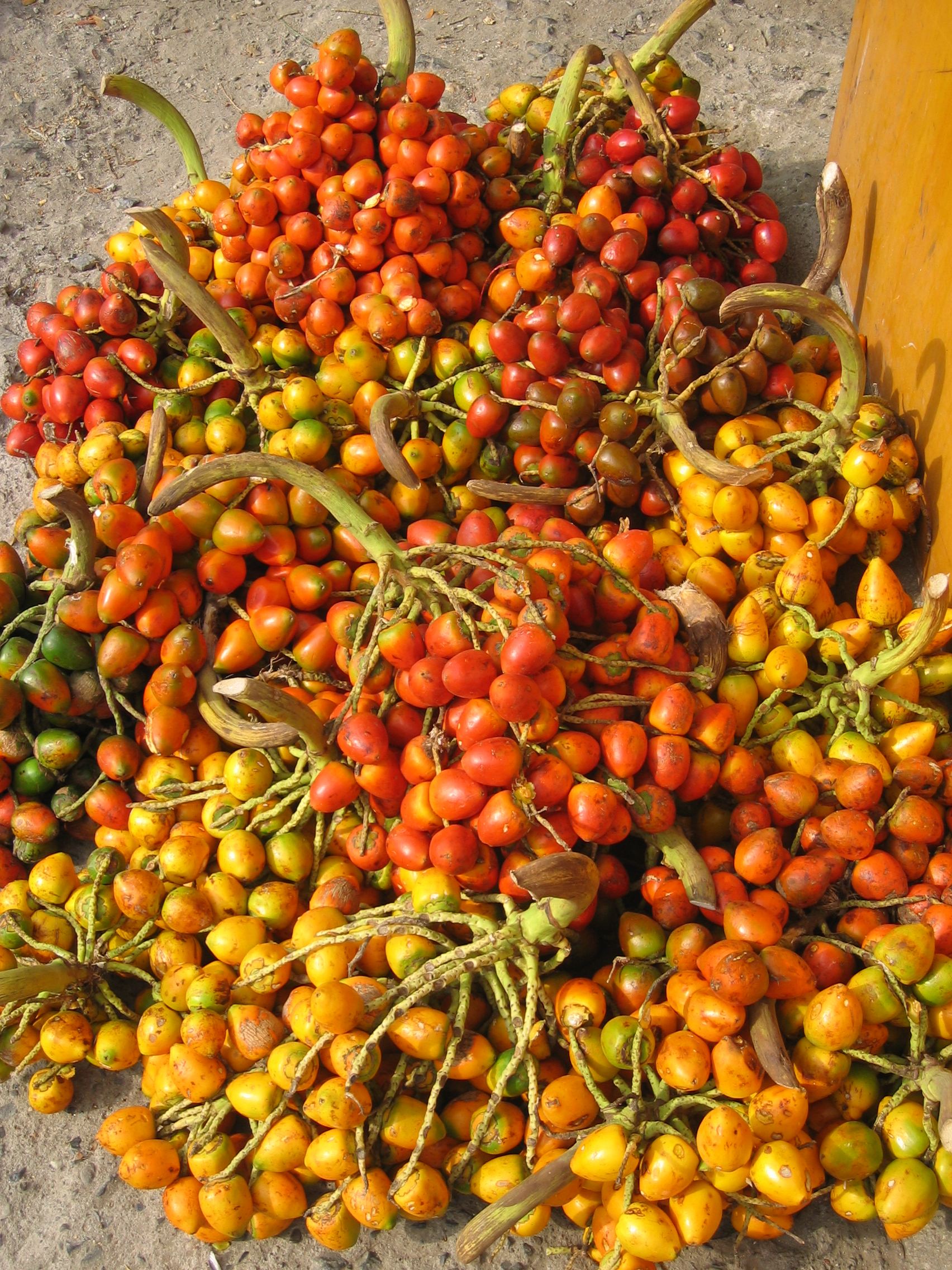
Pfirsichpalme (versch. Bactris-Arten haben ähnliche Früchte) (roh oder gekocht)
Pflaume (ähnlich ist Amerikanische Wildpflaume)
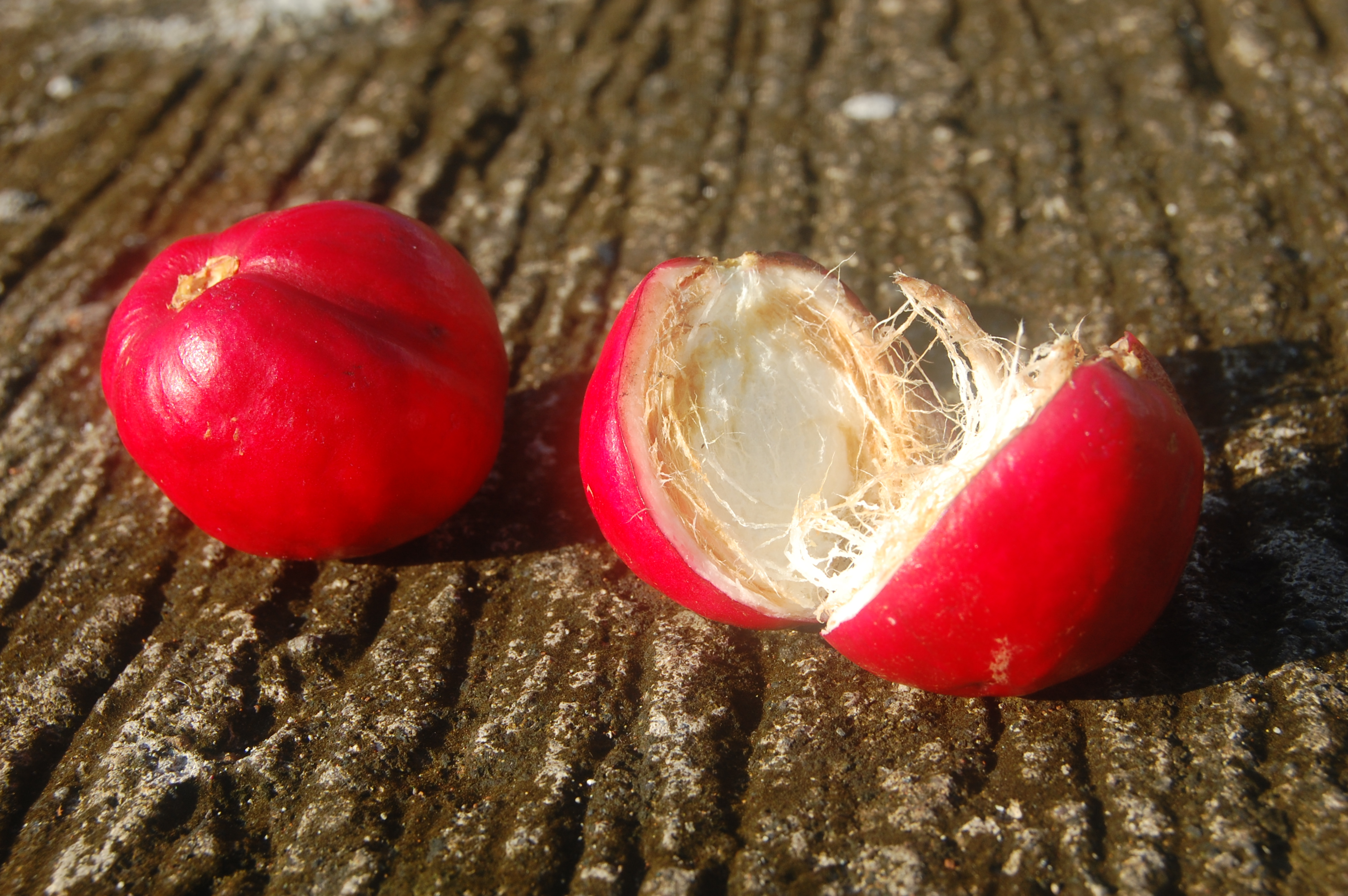
Phaleria capitata (ähnliches Bild)
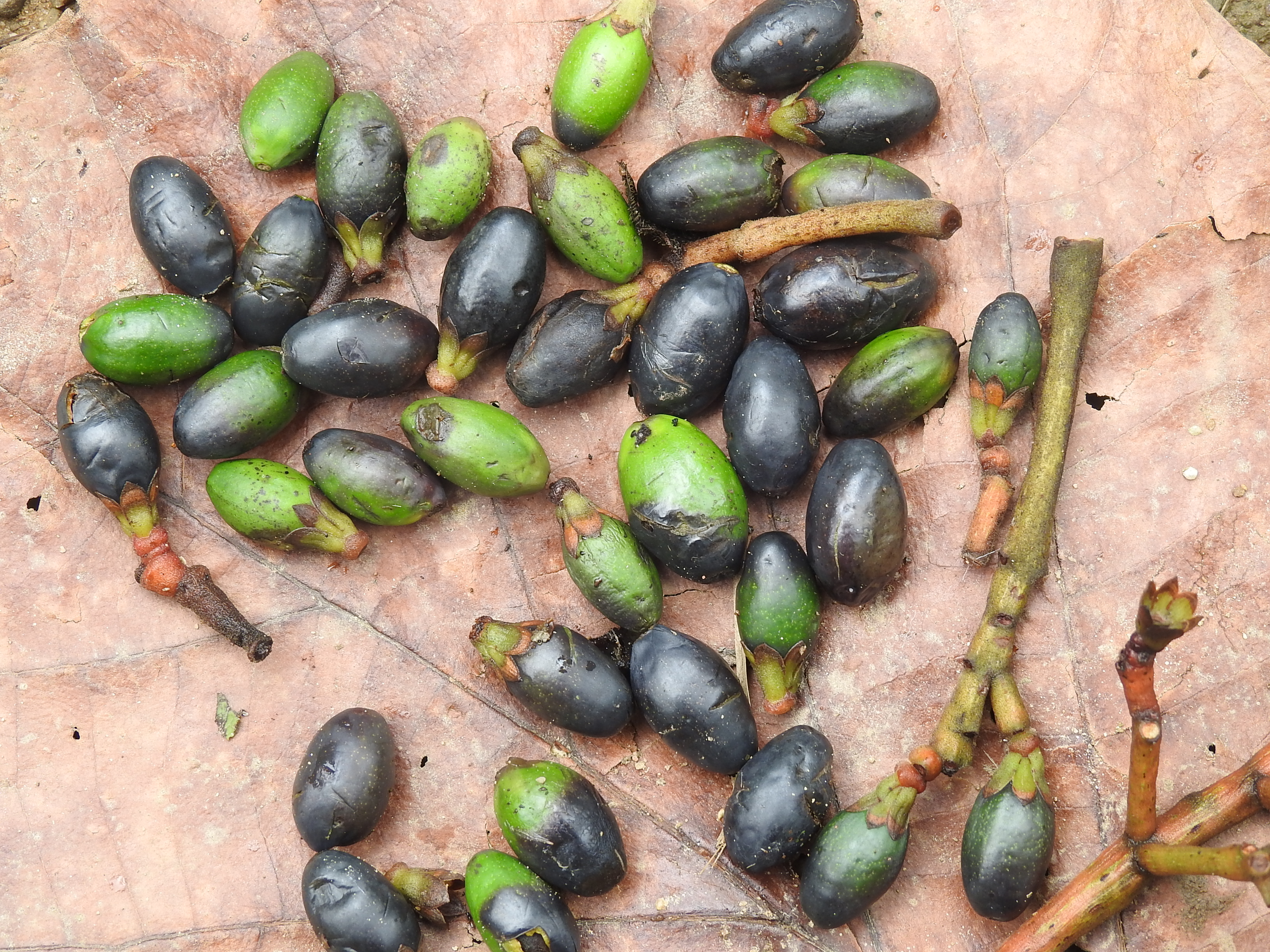
Phoebe cooperiana (meist gekocht)
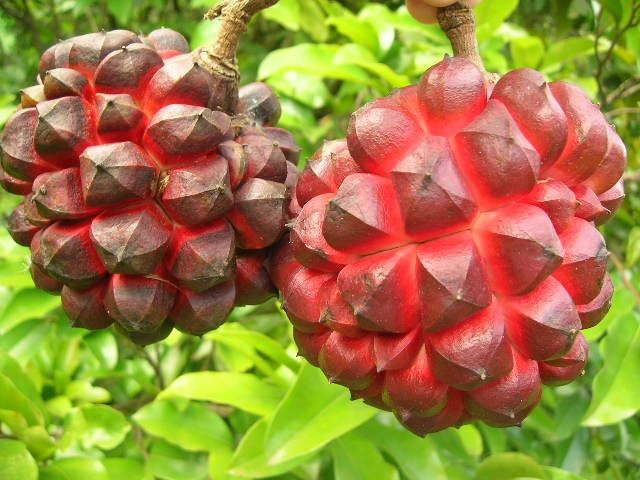
Pindaiba
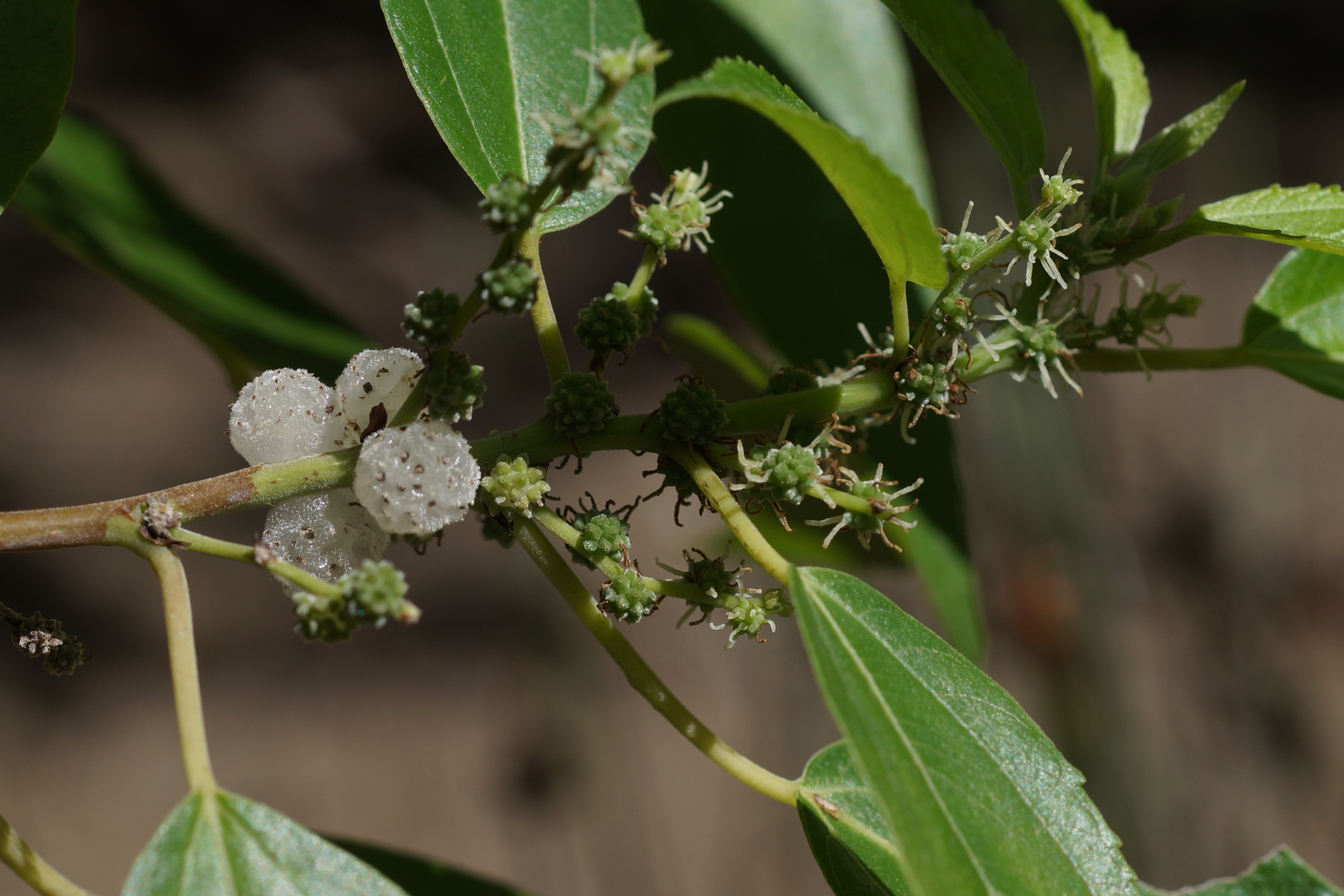
Pipturus argenteus
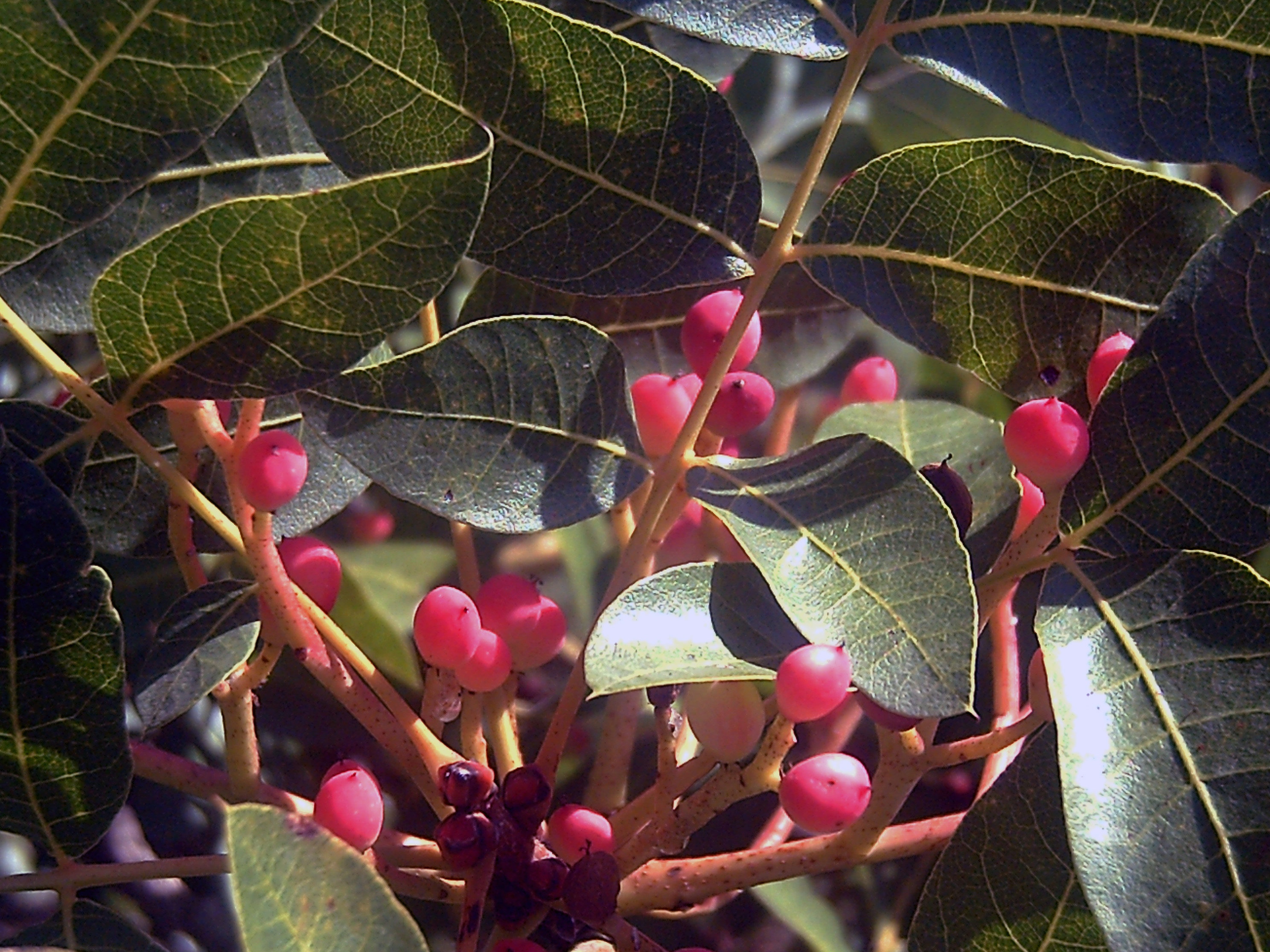
Pistazienfrüchte (Pistacia atlantica, Pistacia terebinthus, Pistacia khinjuk, Pistacia eurycarpa)
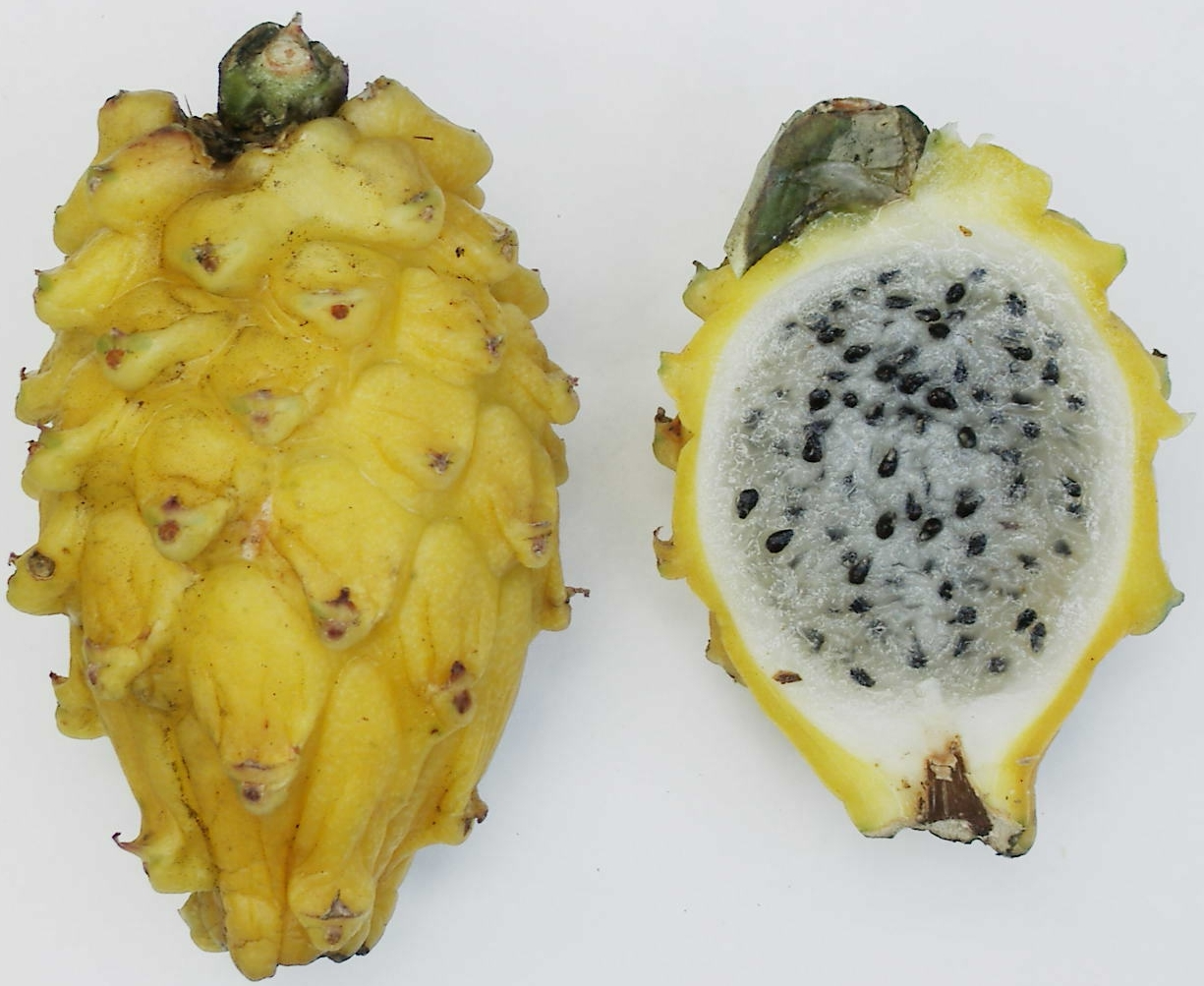
Pitahaya (Gelbe Drachenfrucht)
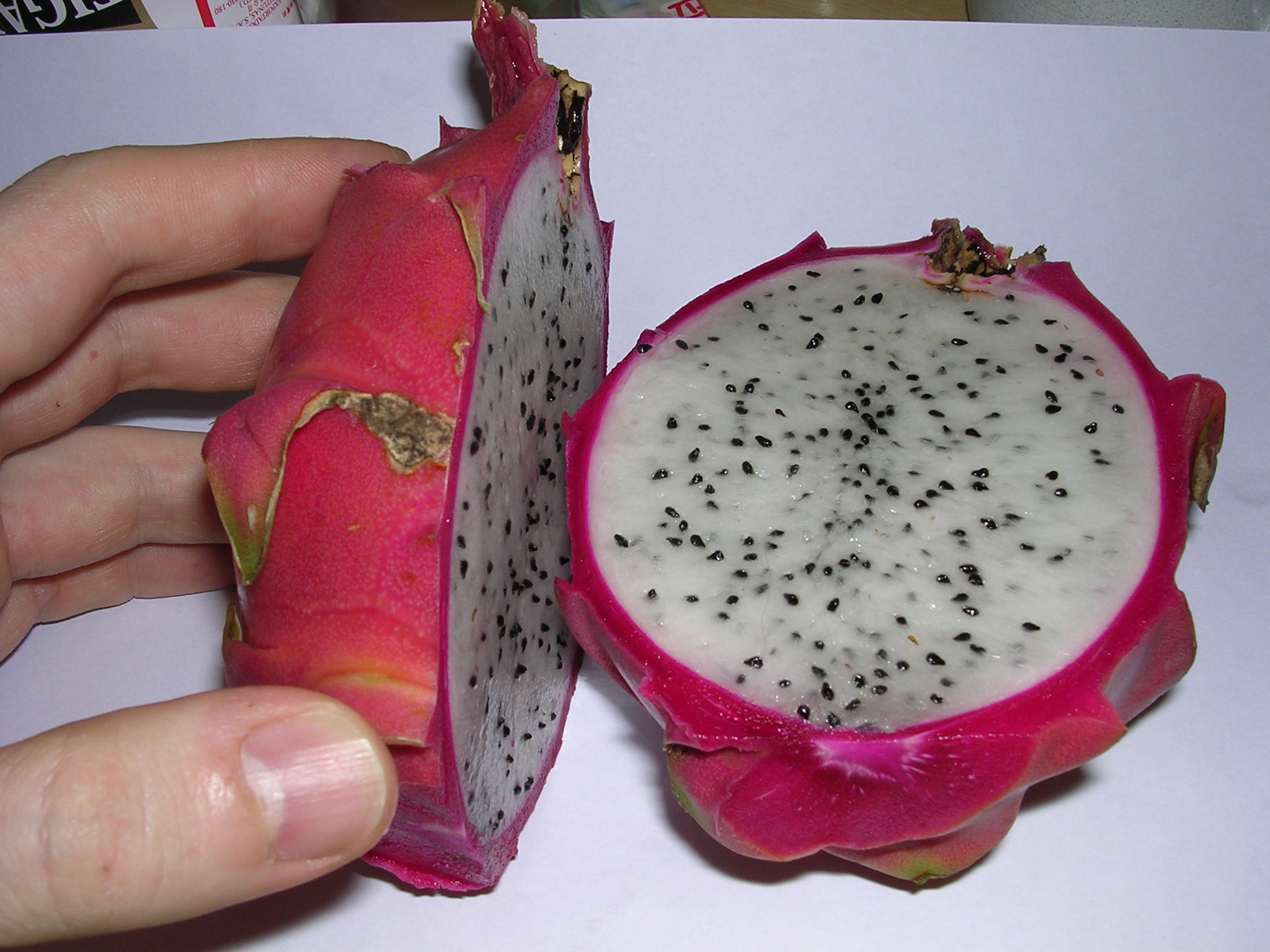
Pitahaya (Rote Drachenfrucht)
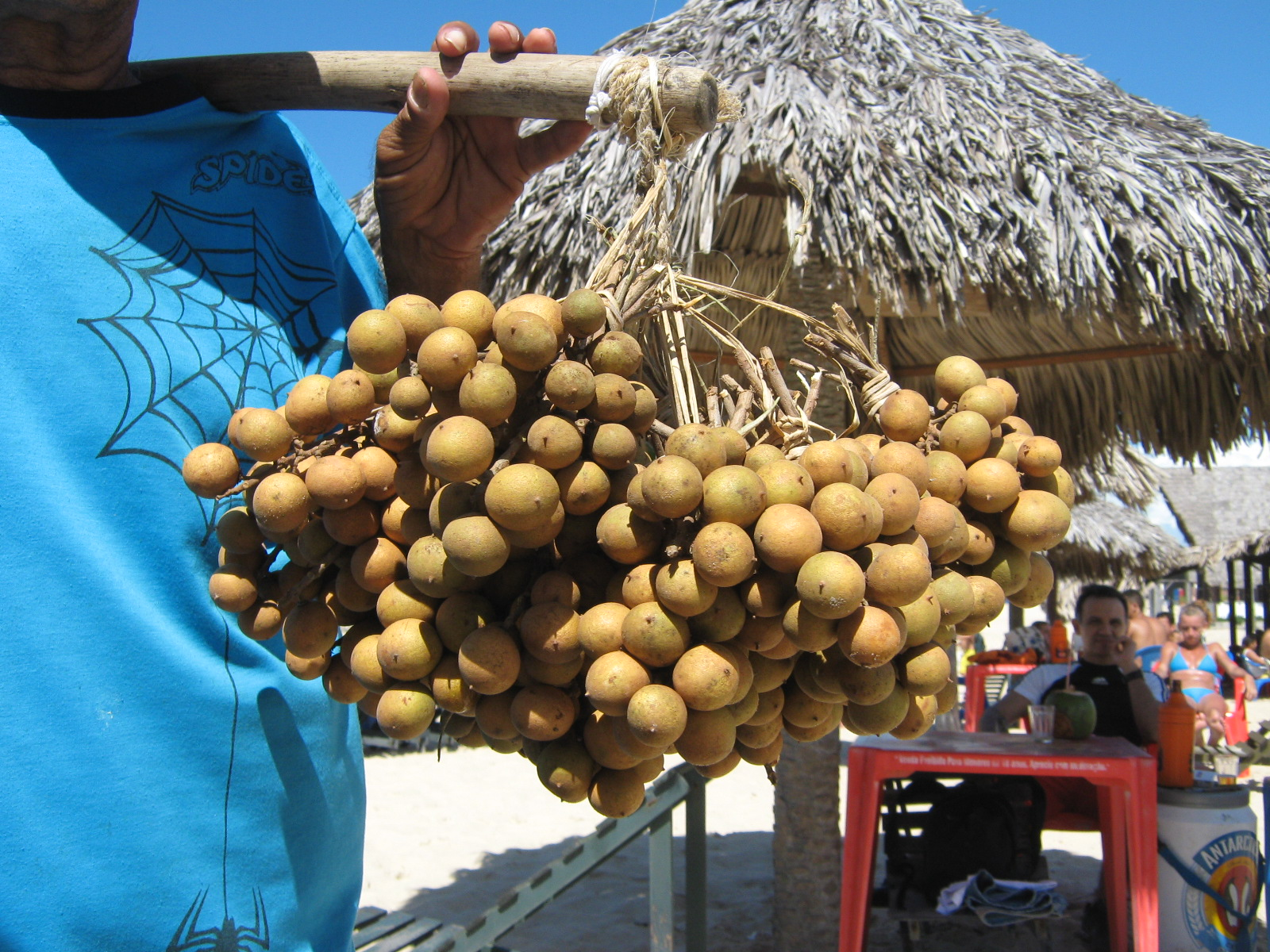
Pitomba (versch. Talisia-Arten haben ähnliche Früchte)
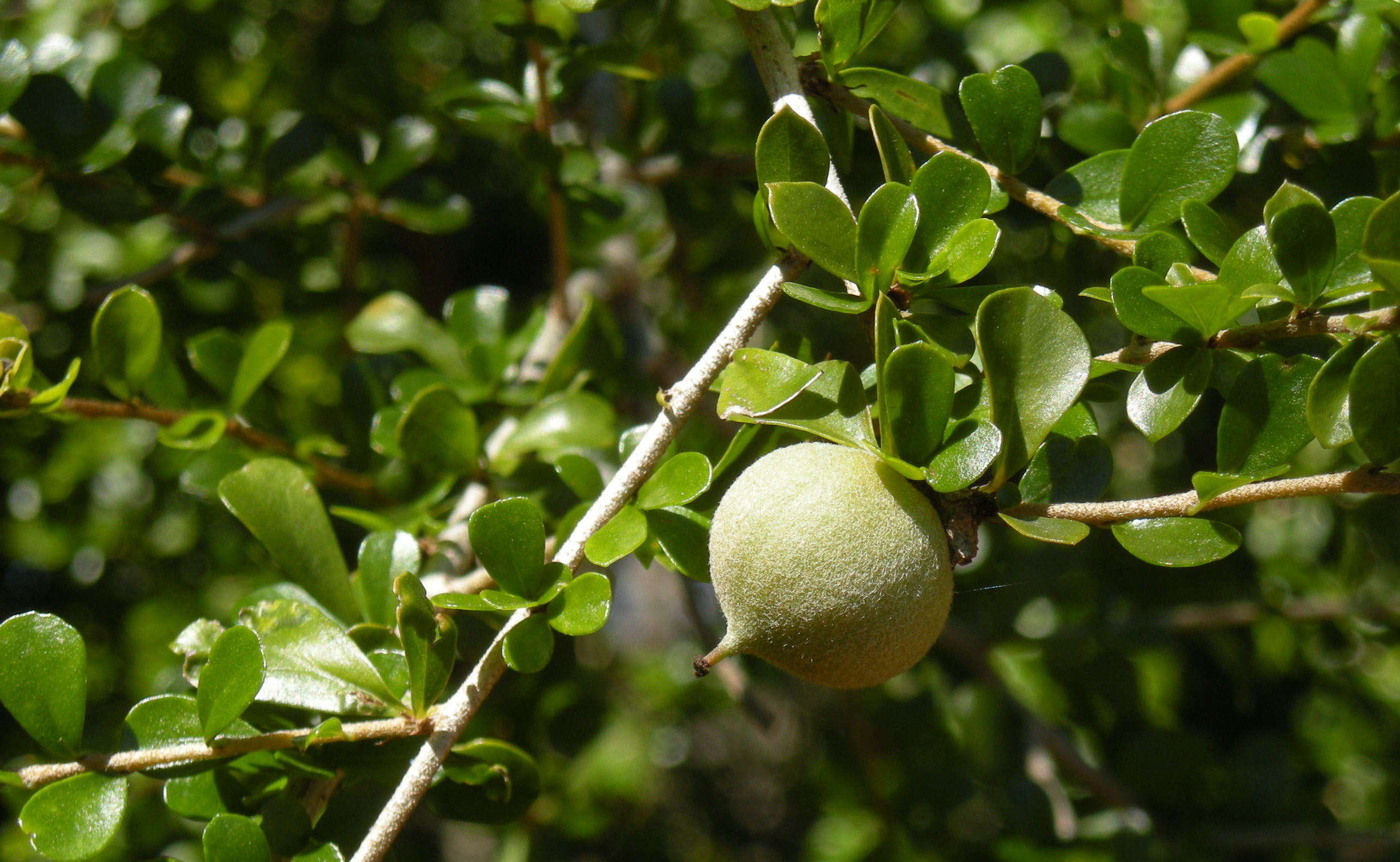
Pittosporum spinescens (Syn.: Citriobatus spinescens)
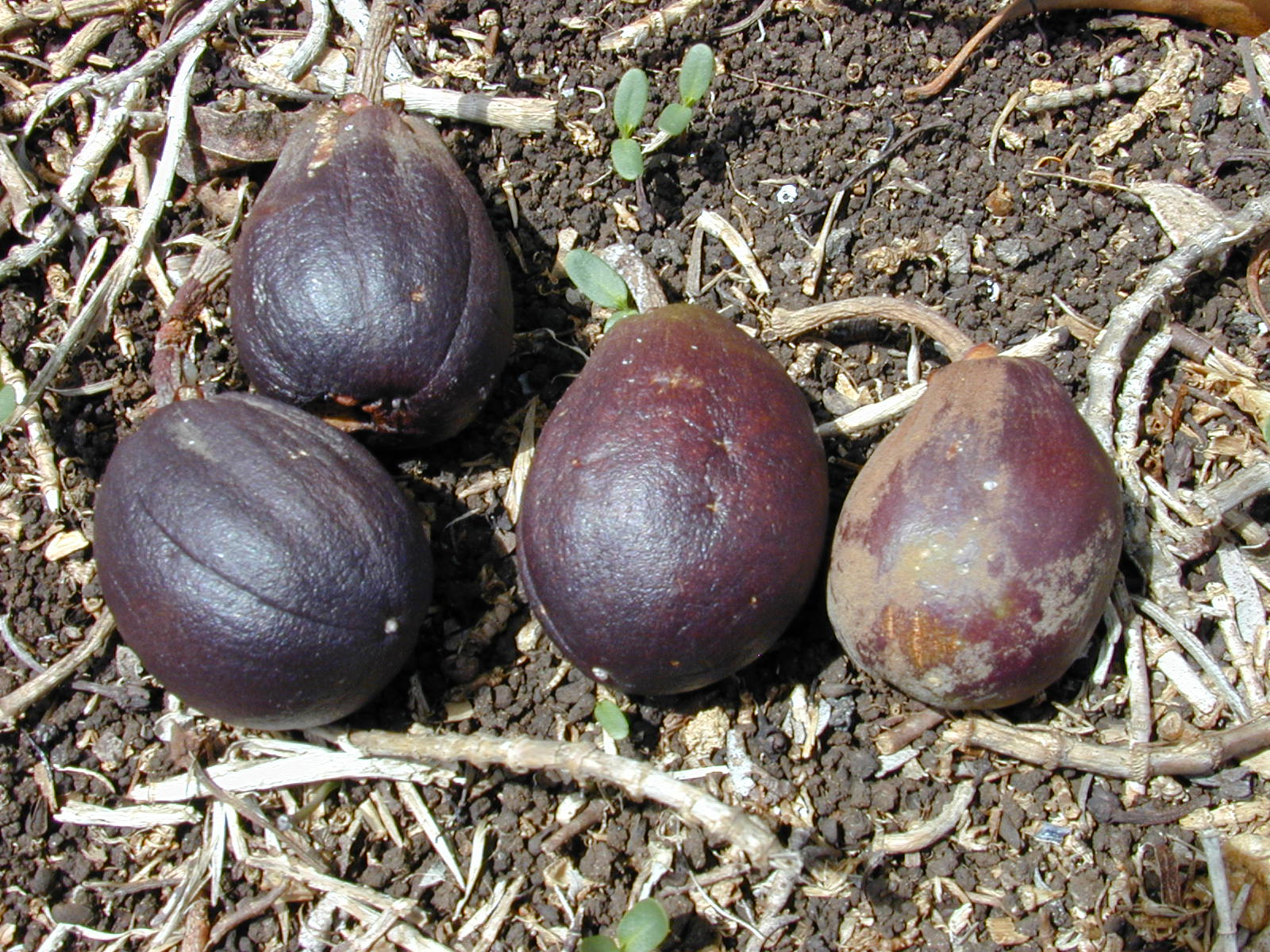
Planchonella sandwicensis (Syn: Pouteria sandwicensis)
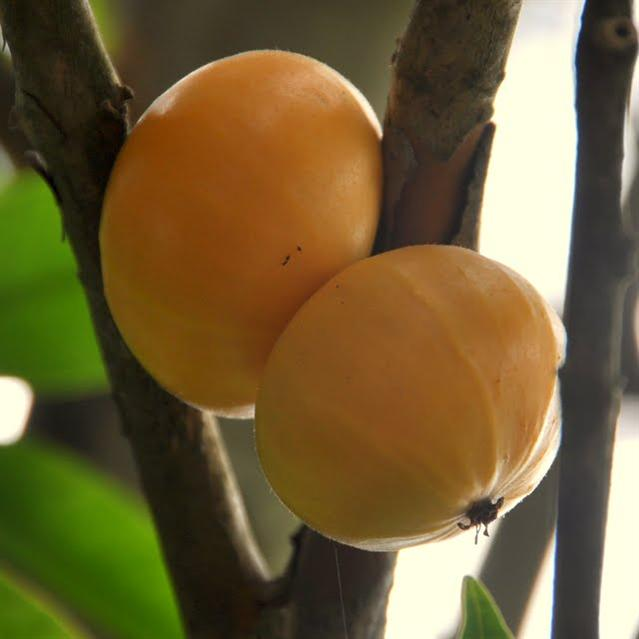
Plinia edulis (Cambucá)
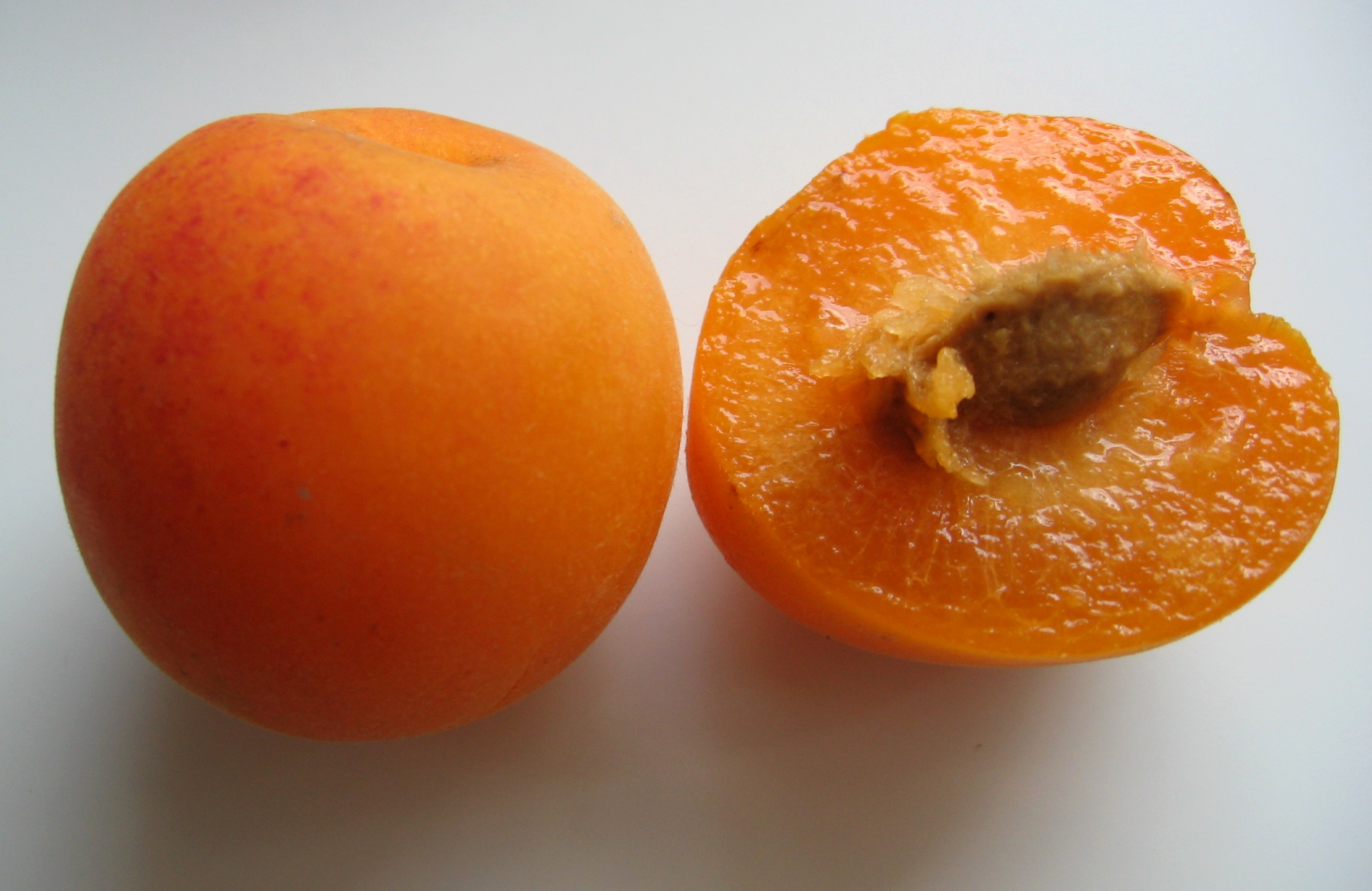
Pluot, Plumcots
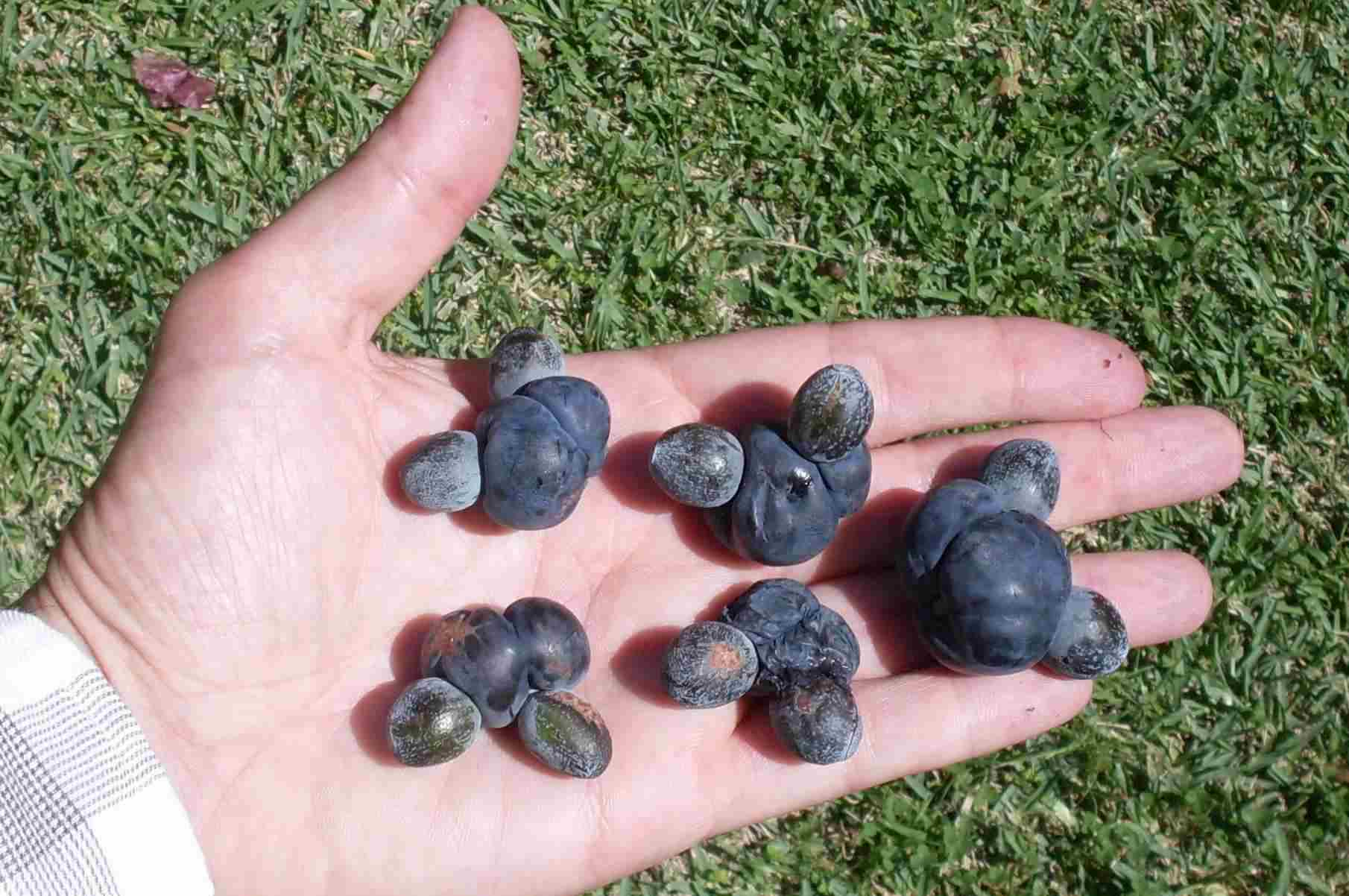
Podocarpus elatus (Keine Frucht; nur Podocarpium und Epimatium) (ähnlich ist Neuseeländische Warzeneibe)
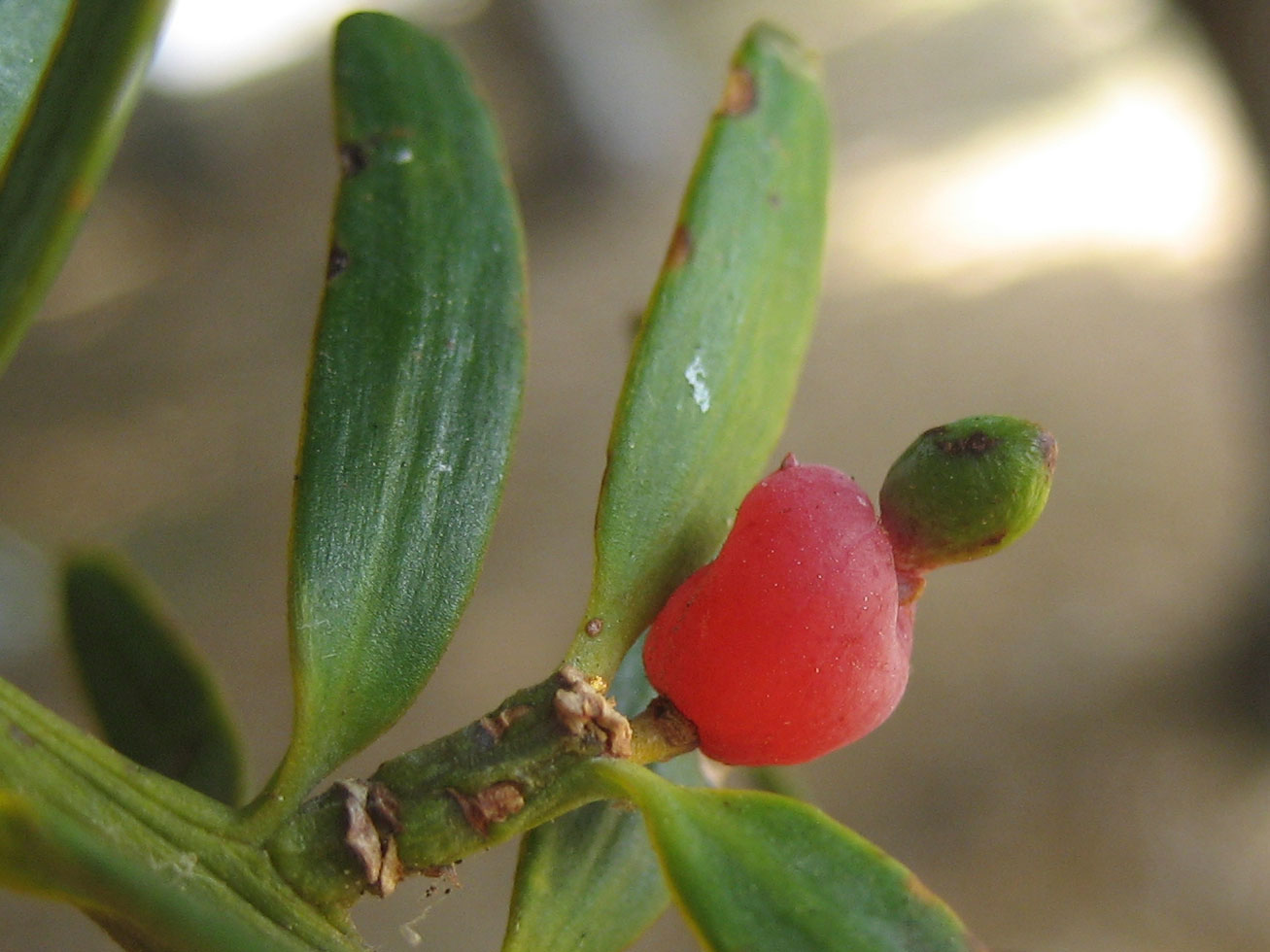
Podocarpus totara (Keine Frucht; nur rotes Podocarpium)
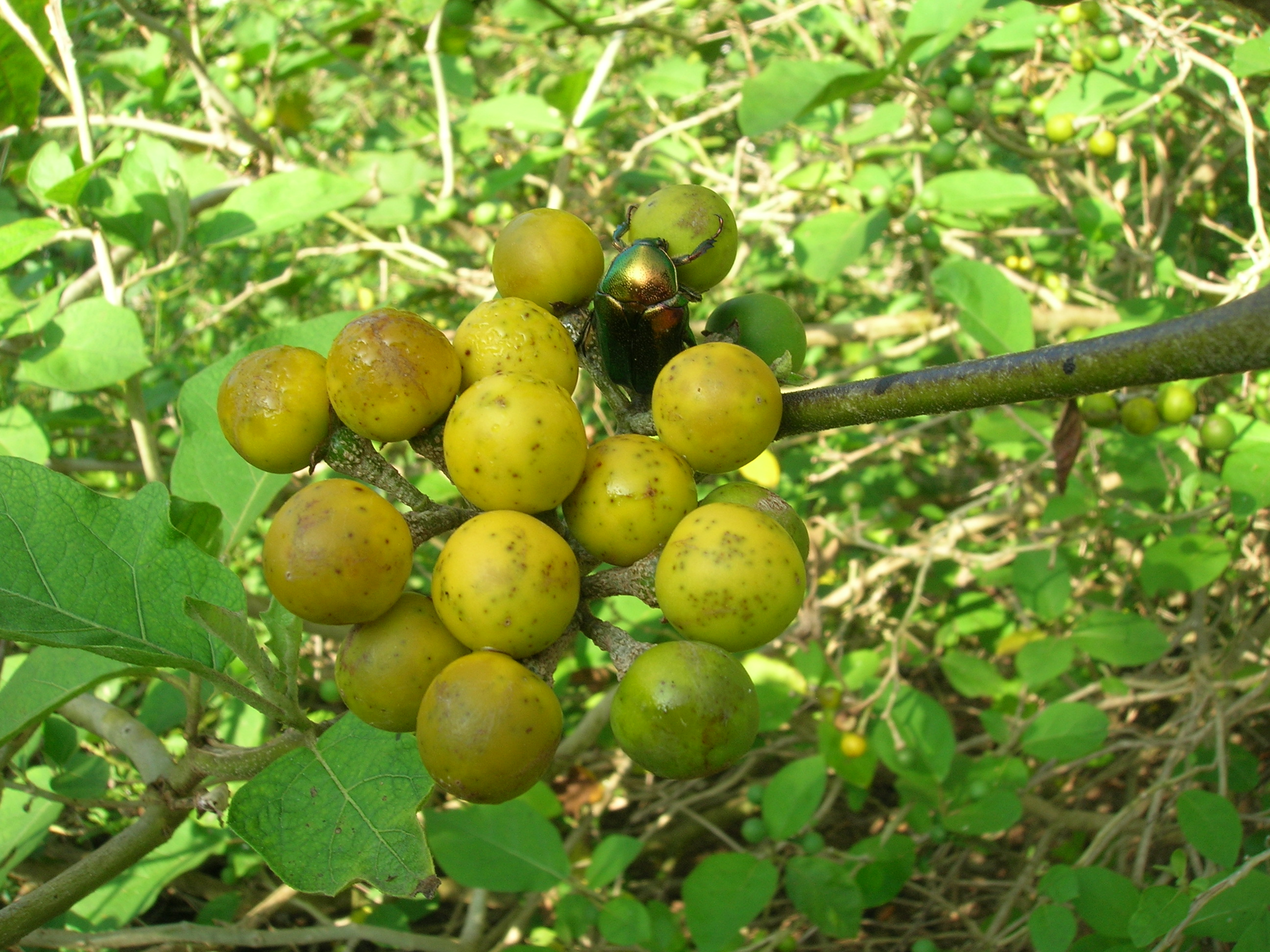
Pokastrauch (Susumba)
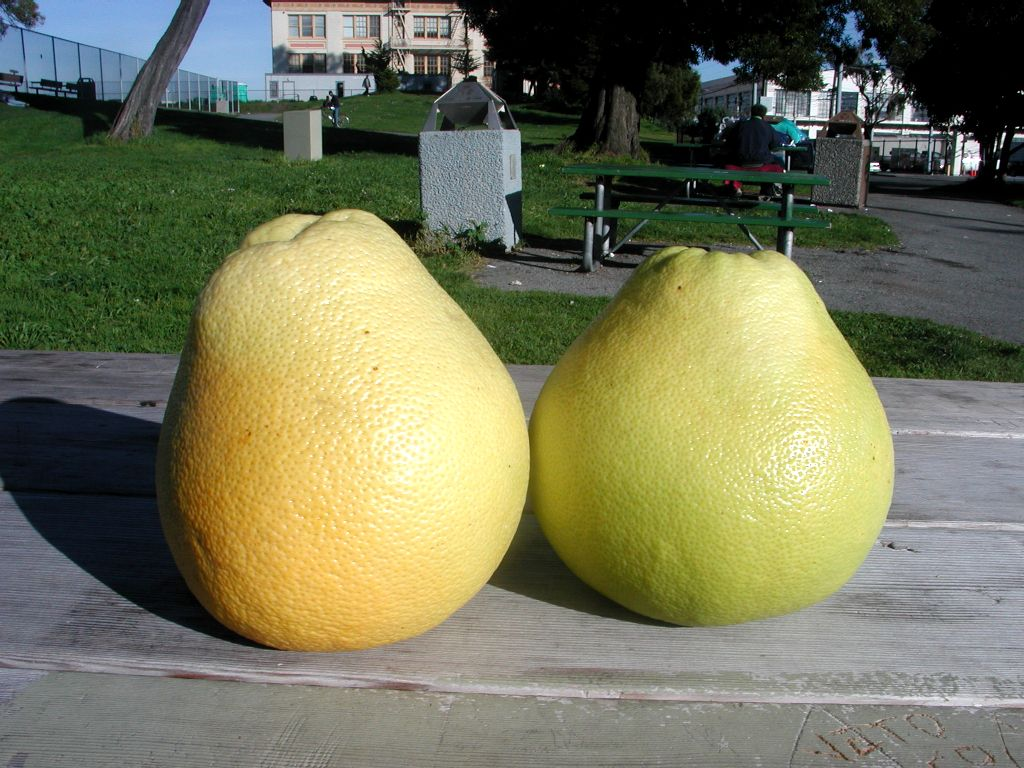
Pomelo
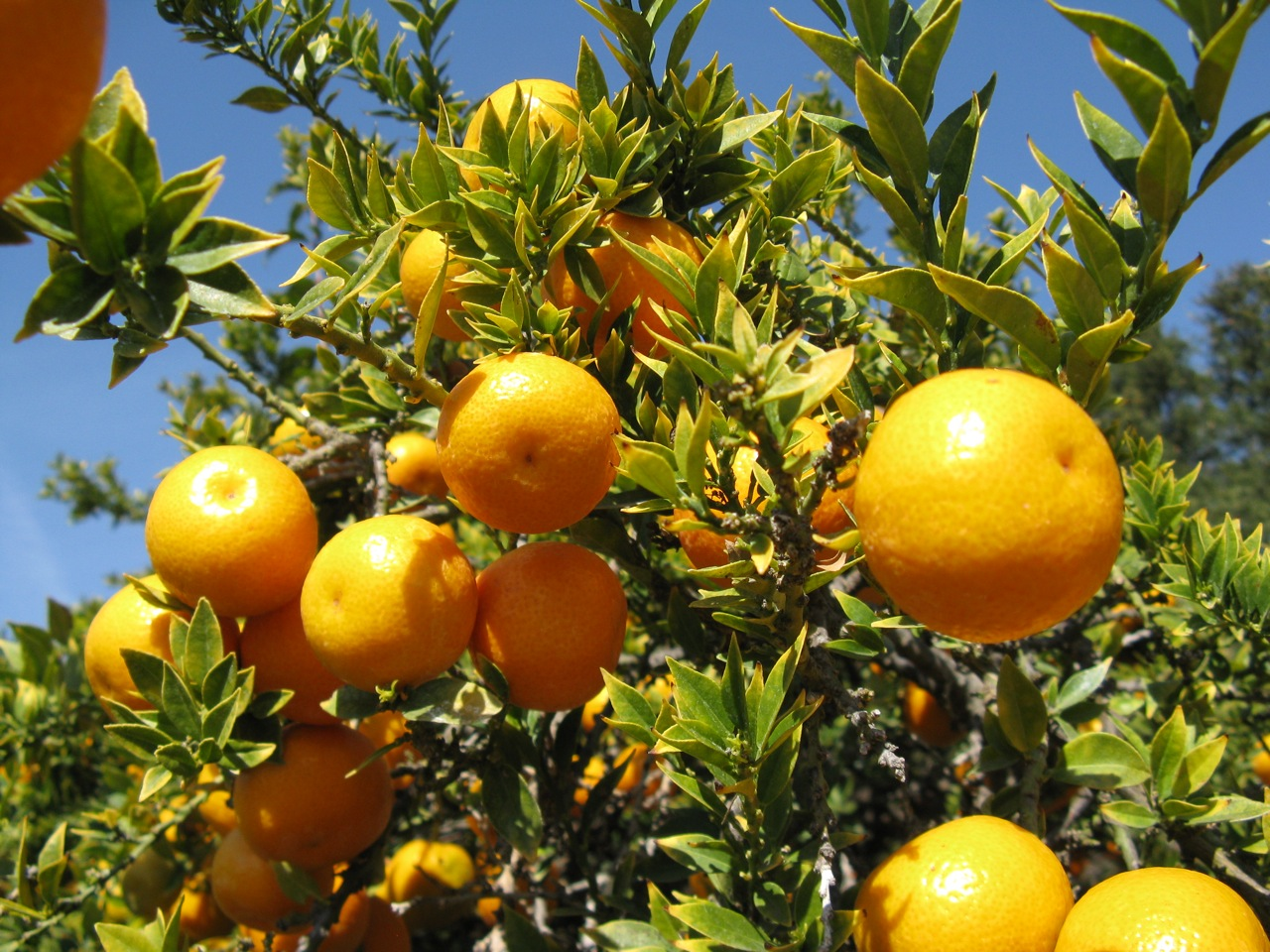
Pomeranze
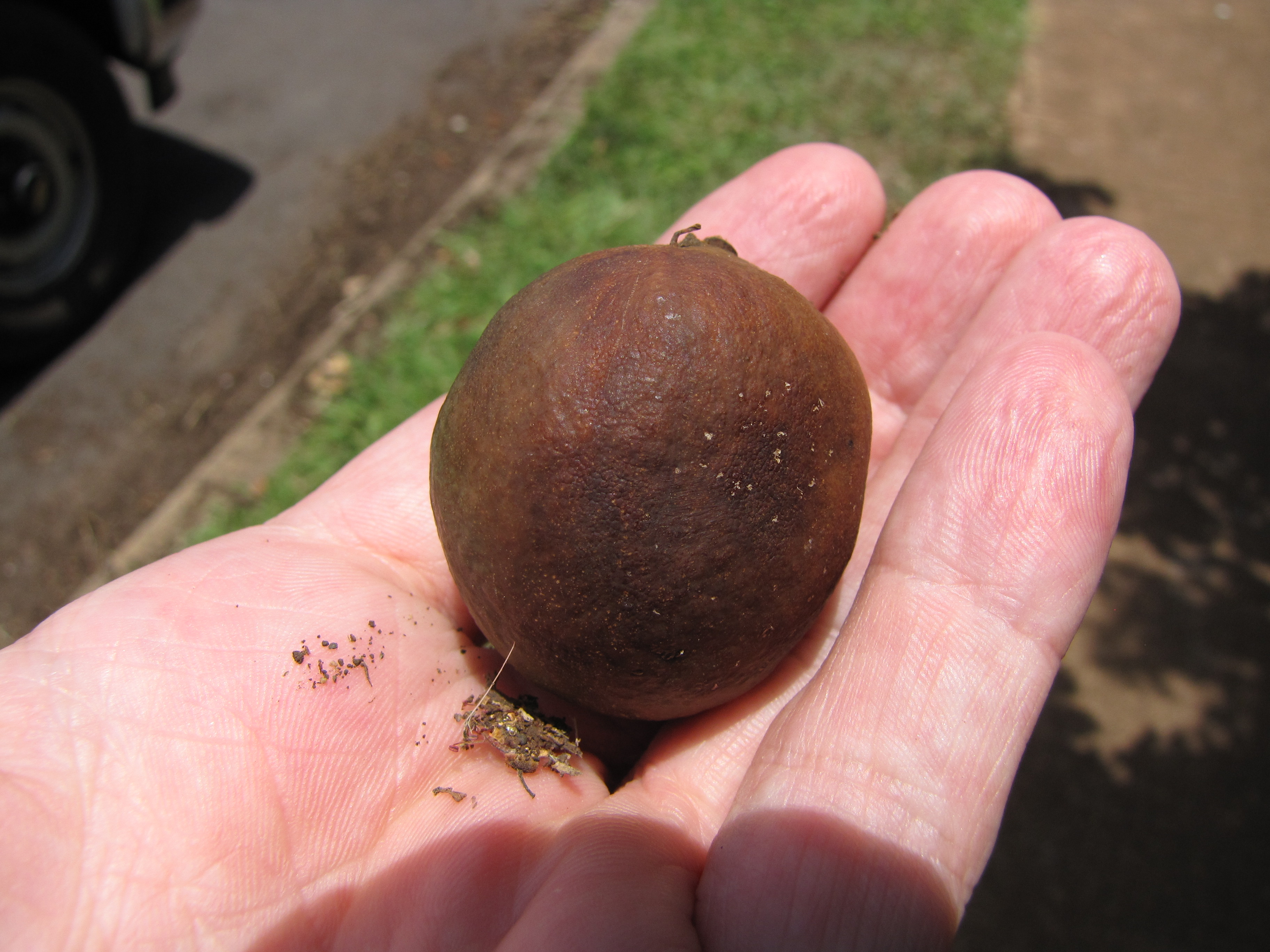
Pometia pinnata
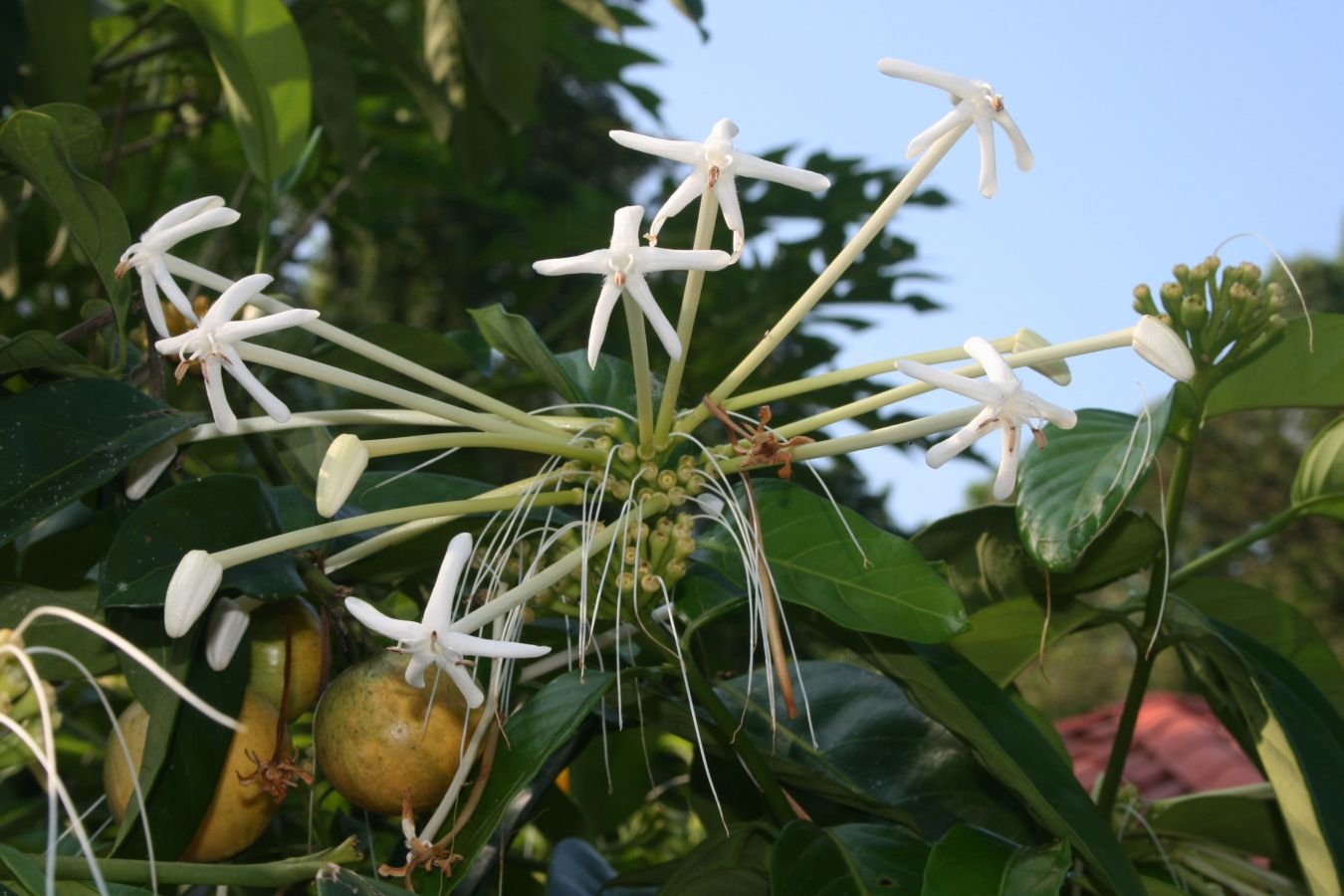
Posoqueria latifolia
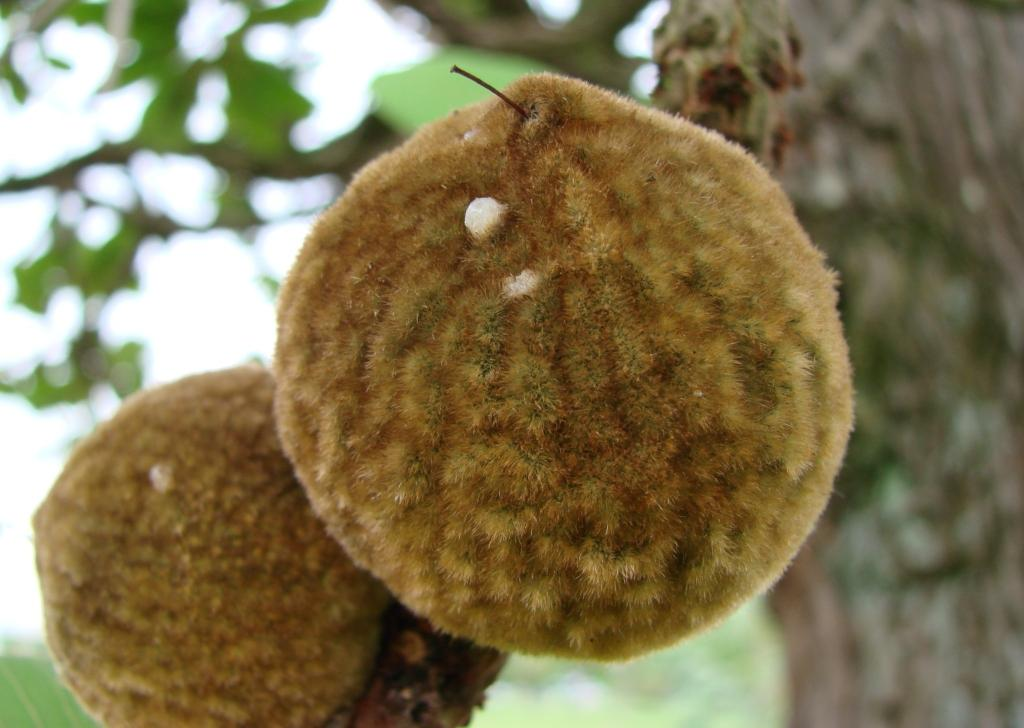
Pouteria torta
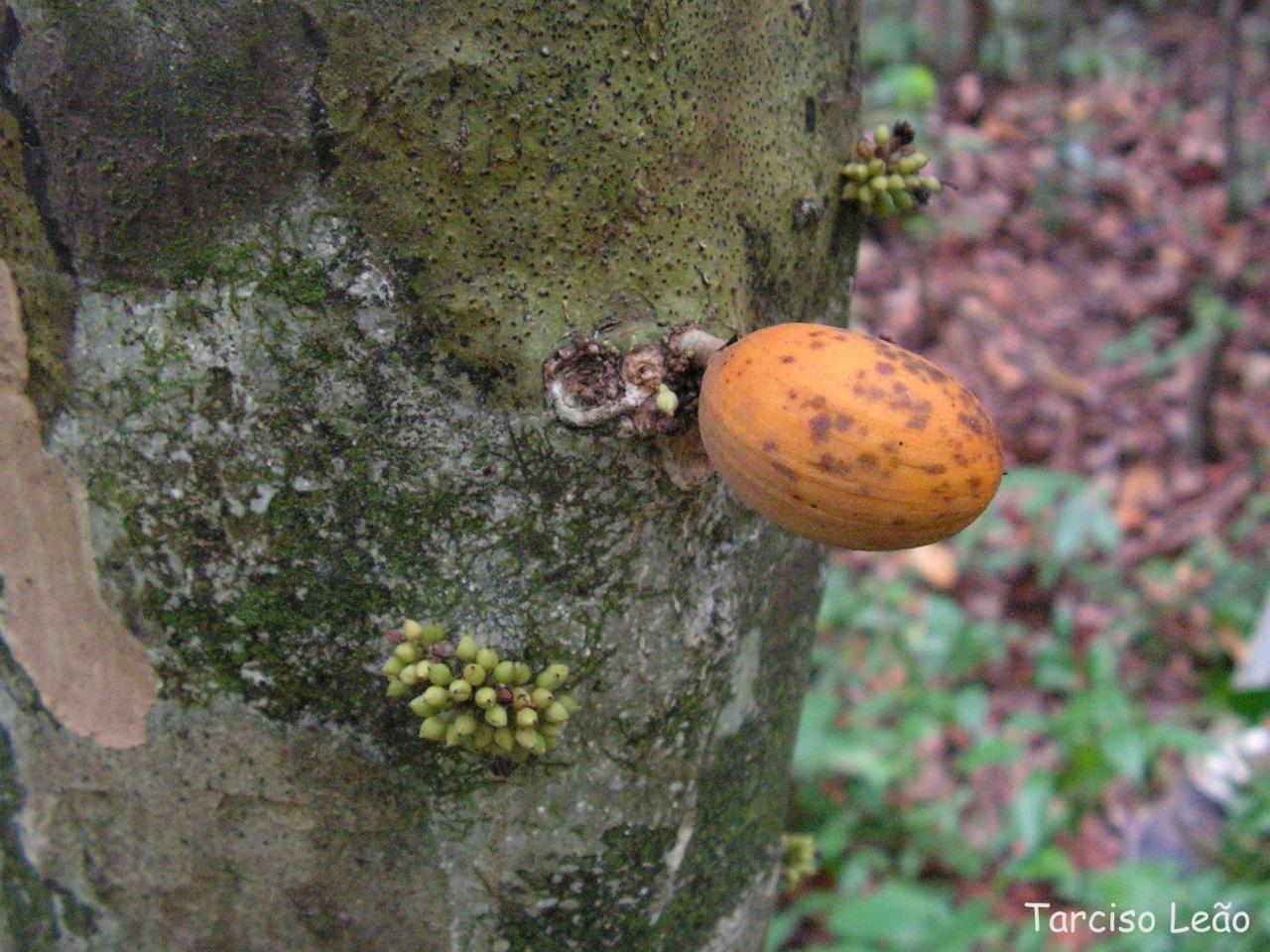
Pradosia lactescens
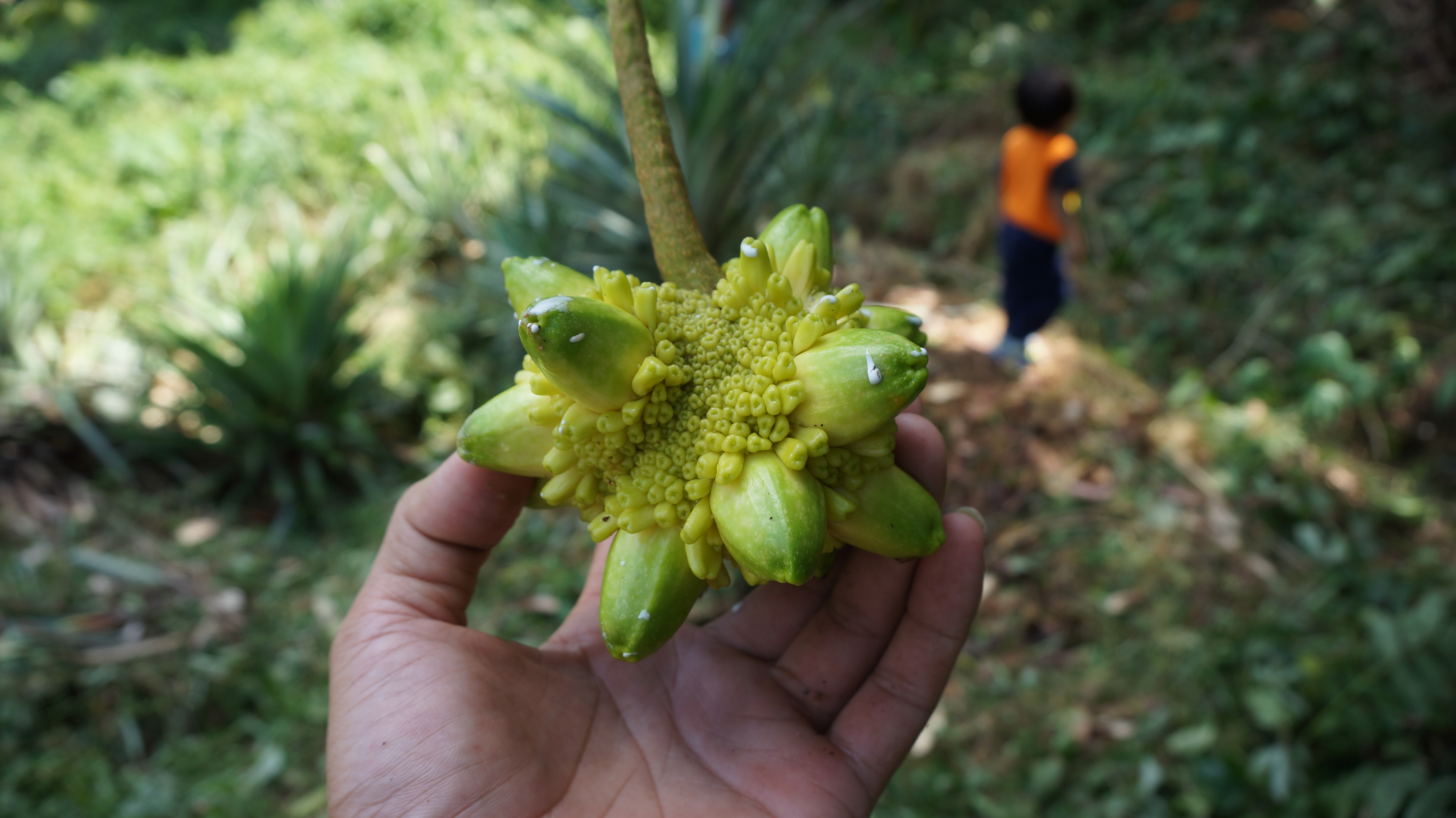
Prainea limpato (reif gelb-orange)
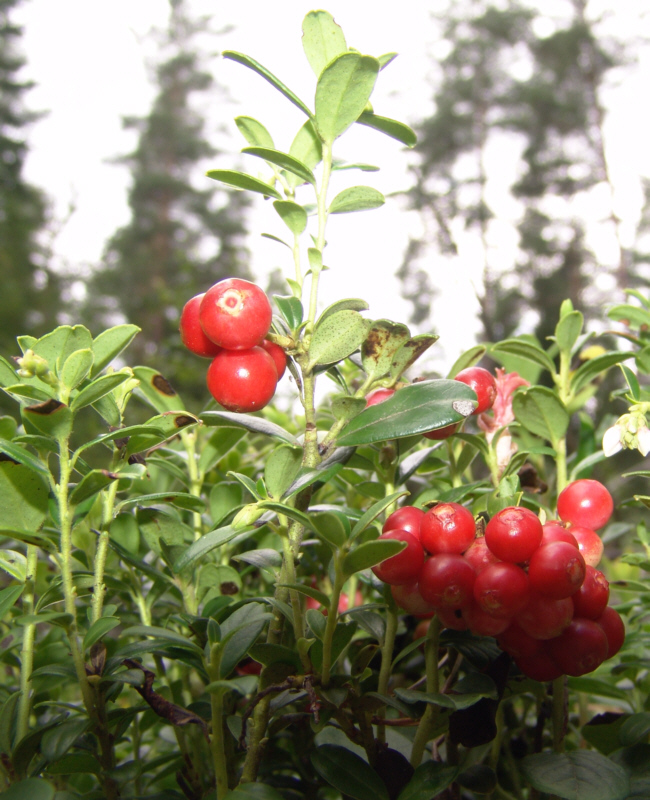
Preiselbeere
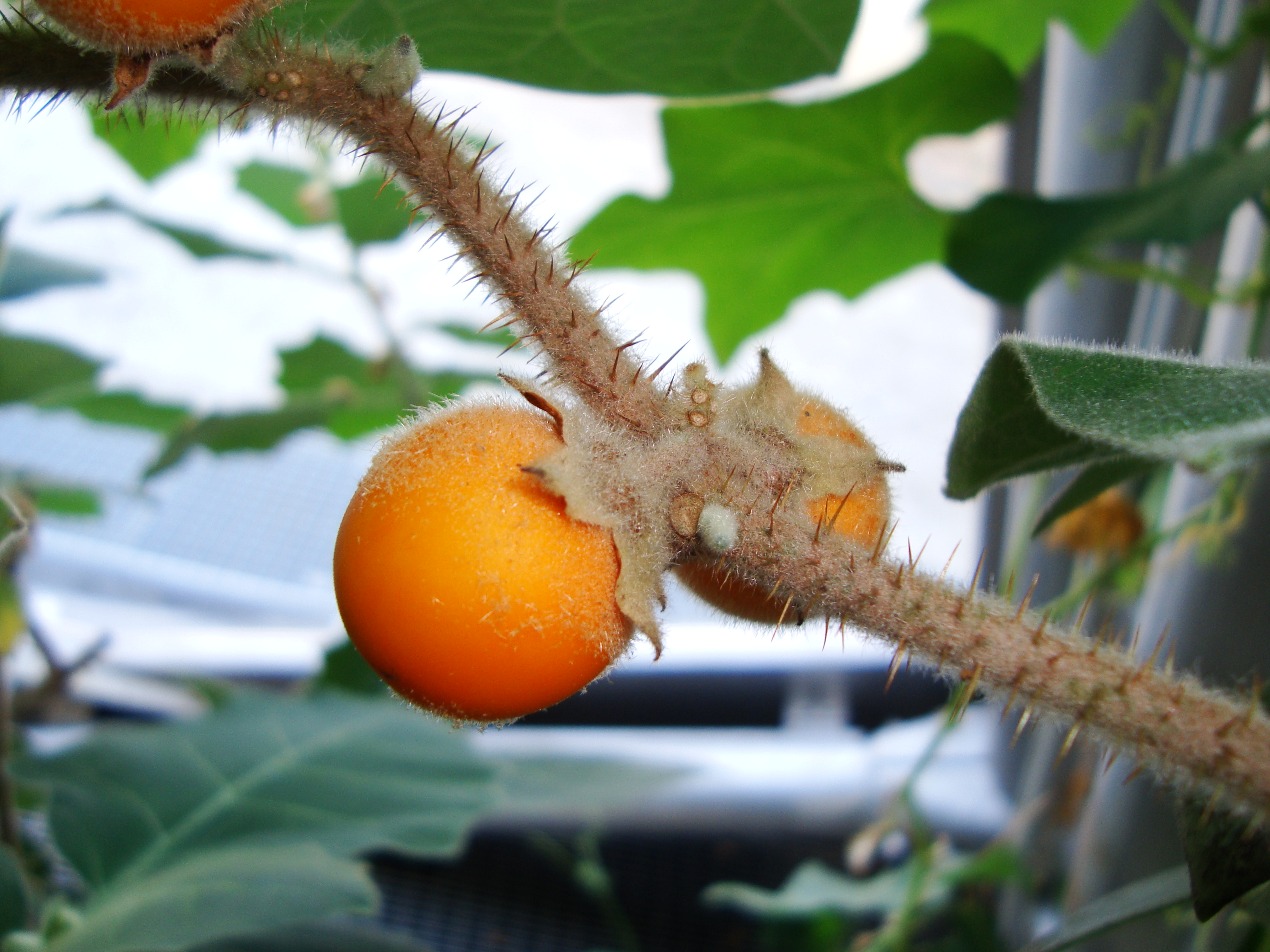
Pseudolulo
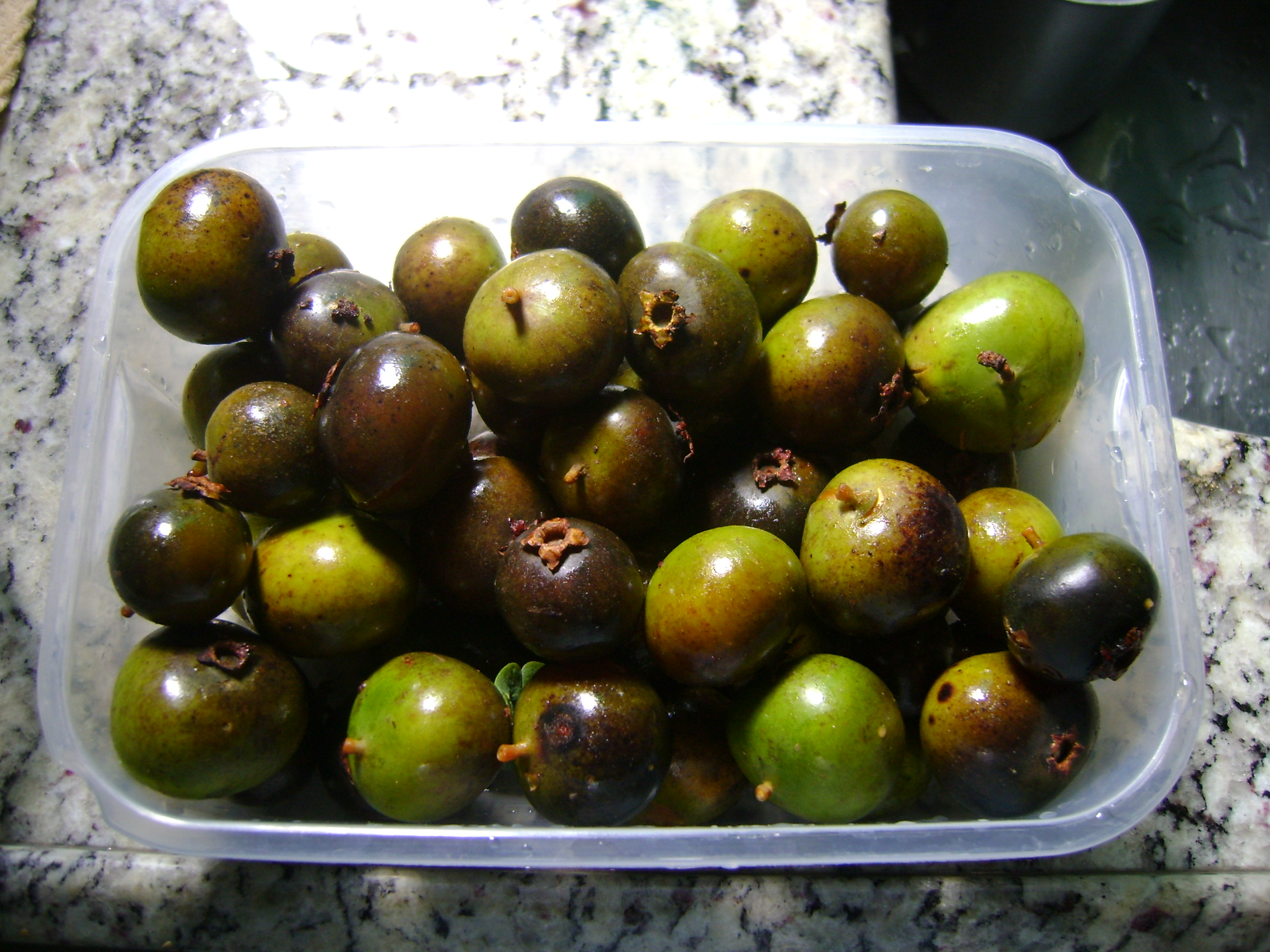
Puca (Pusa)
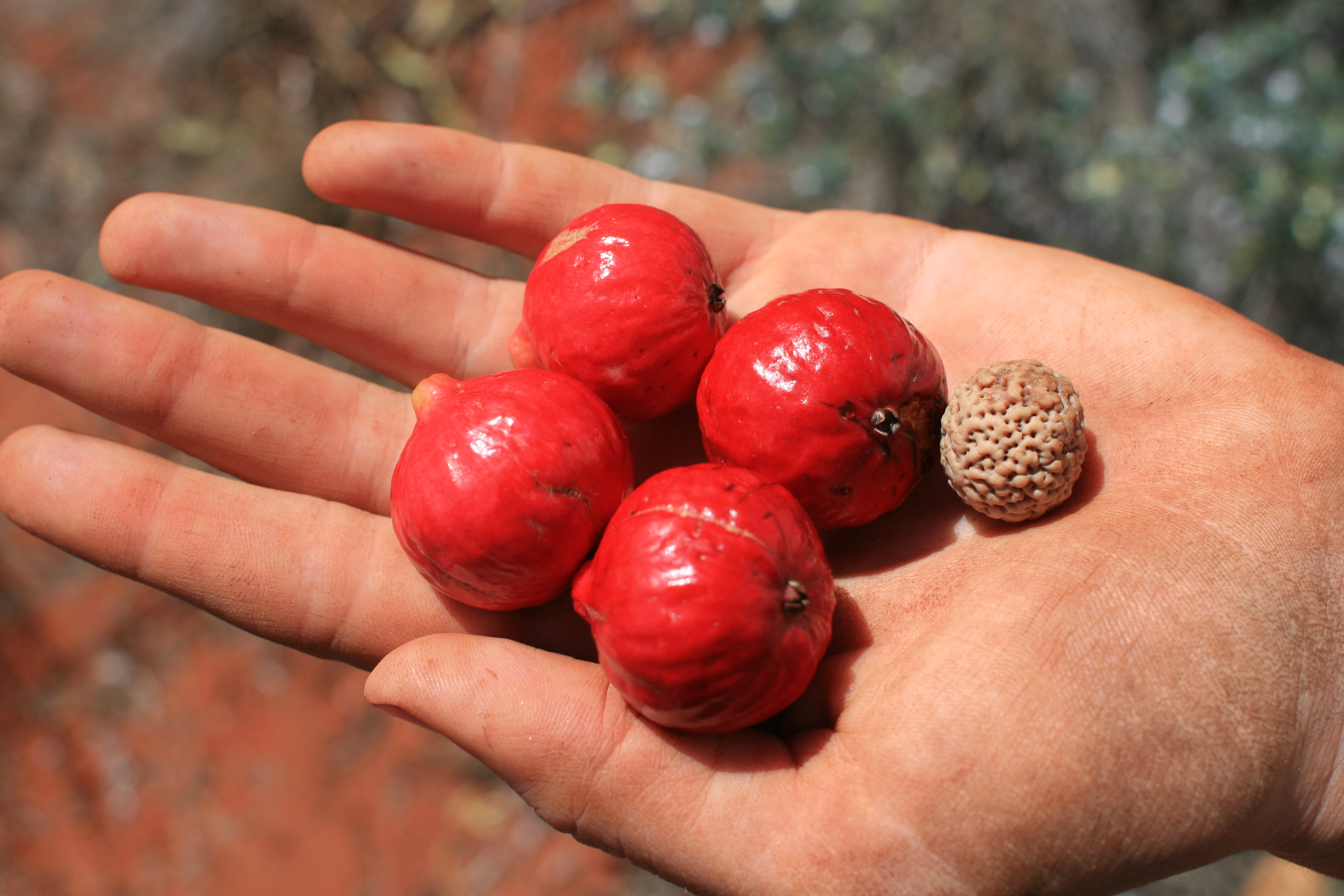
Quandong (ähnlich ist Santalum spicatum)
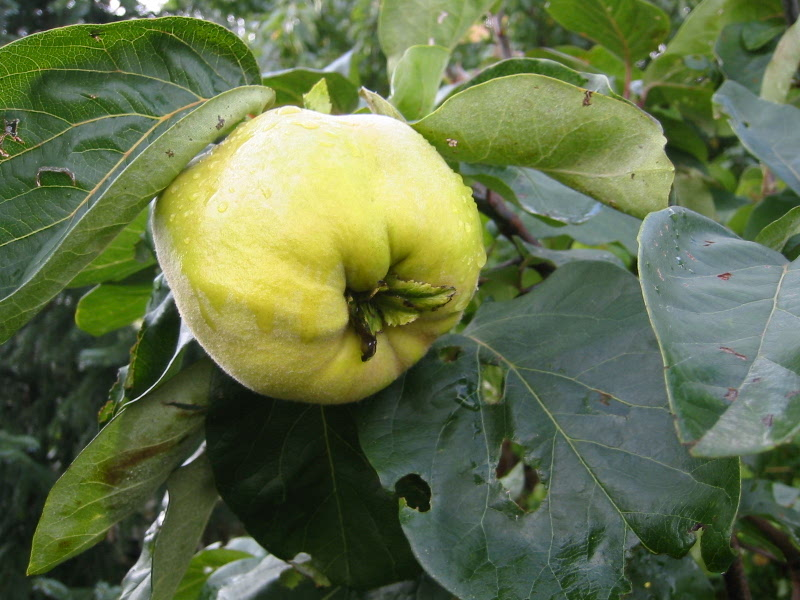
Quitte
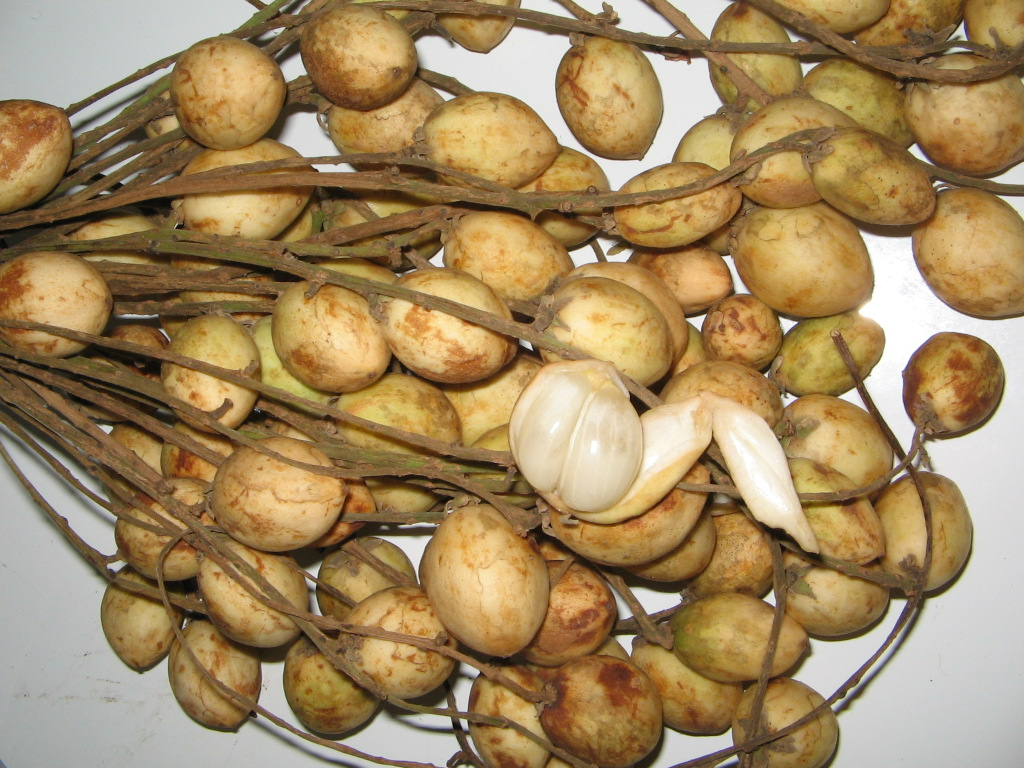
Rambai
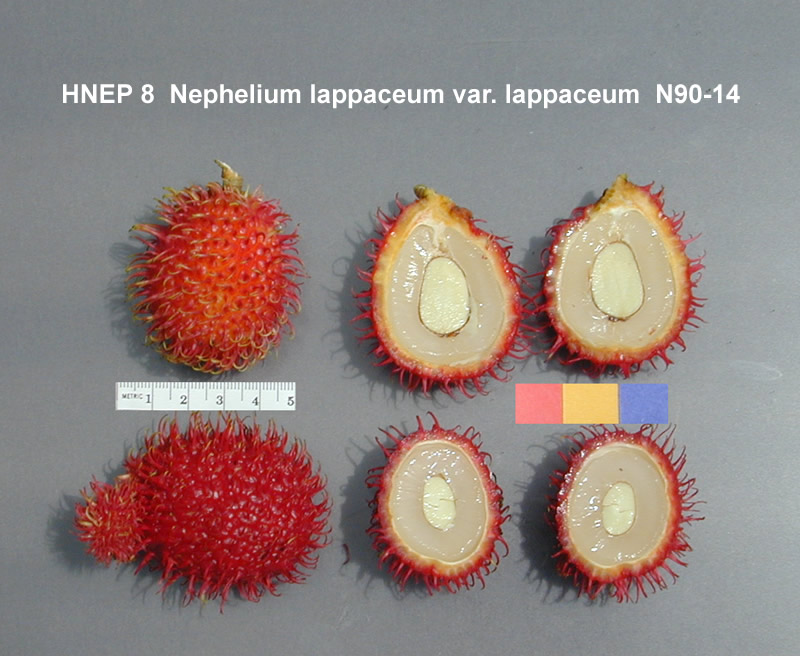
Rambutan
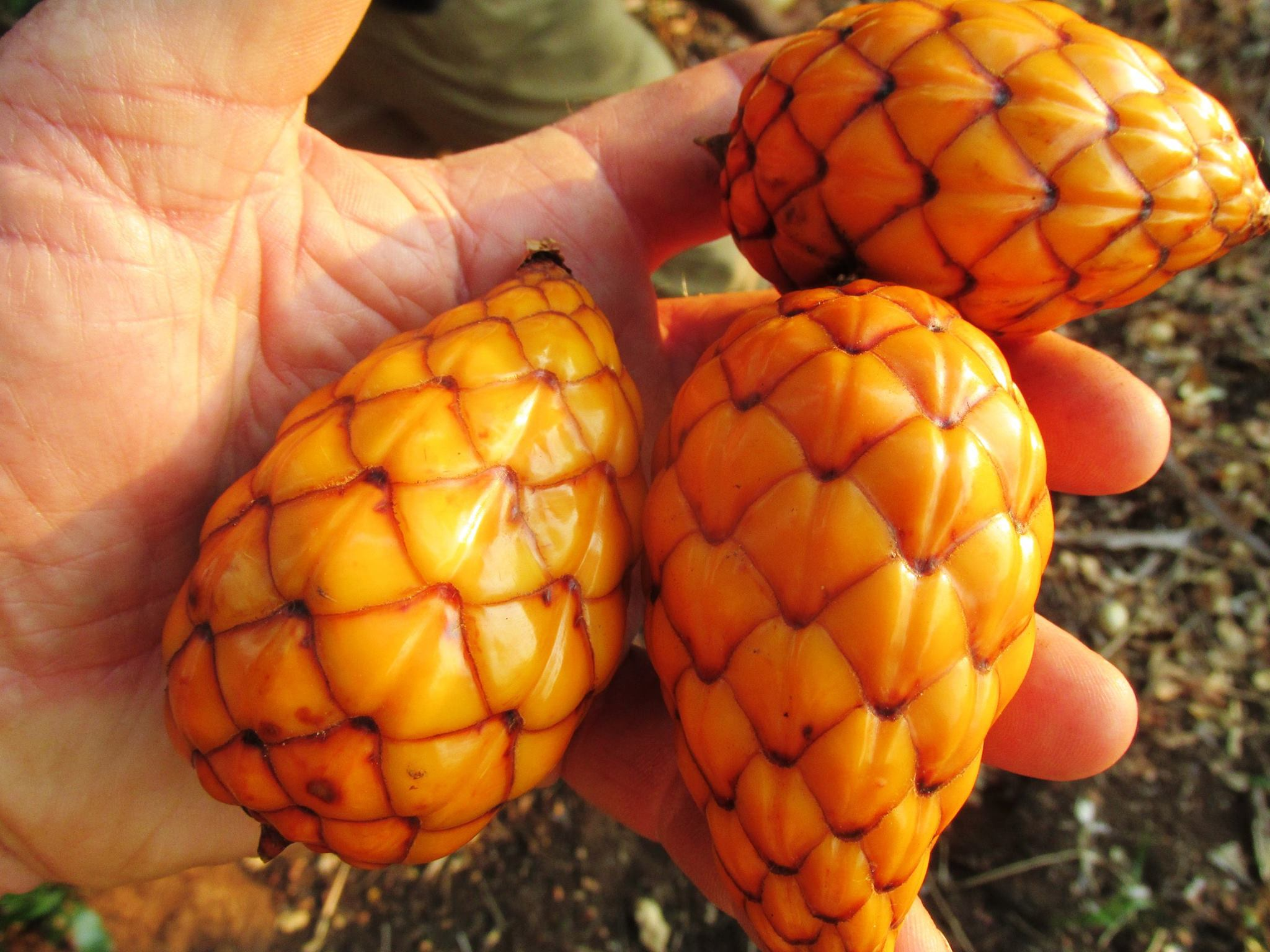
Raphia farinifera (ähnlich sind Raphia hookeri, Raphia sese) (nur gekocht)
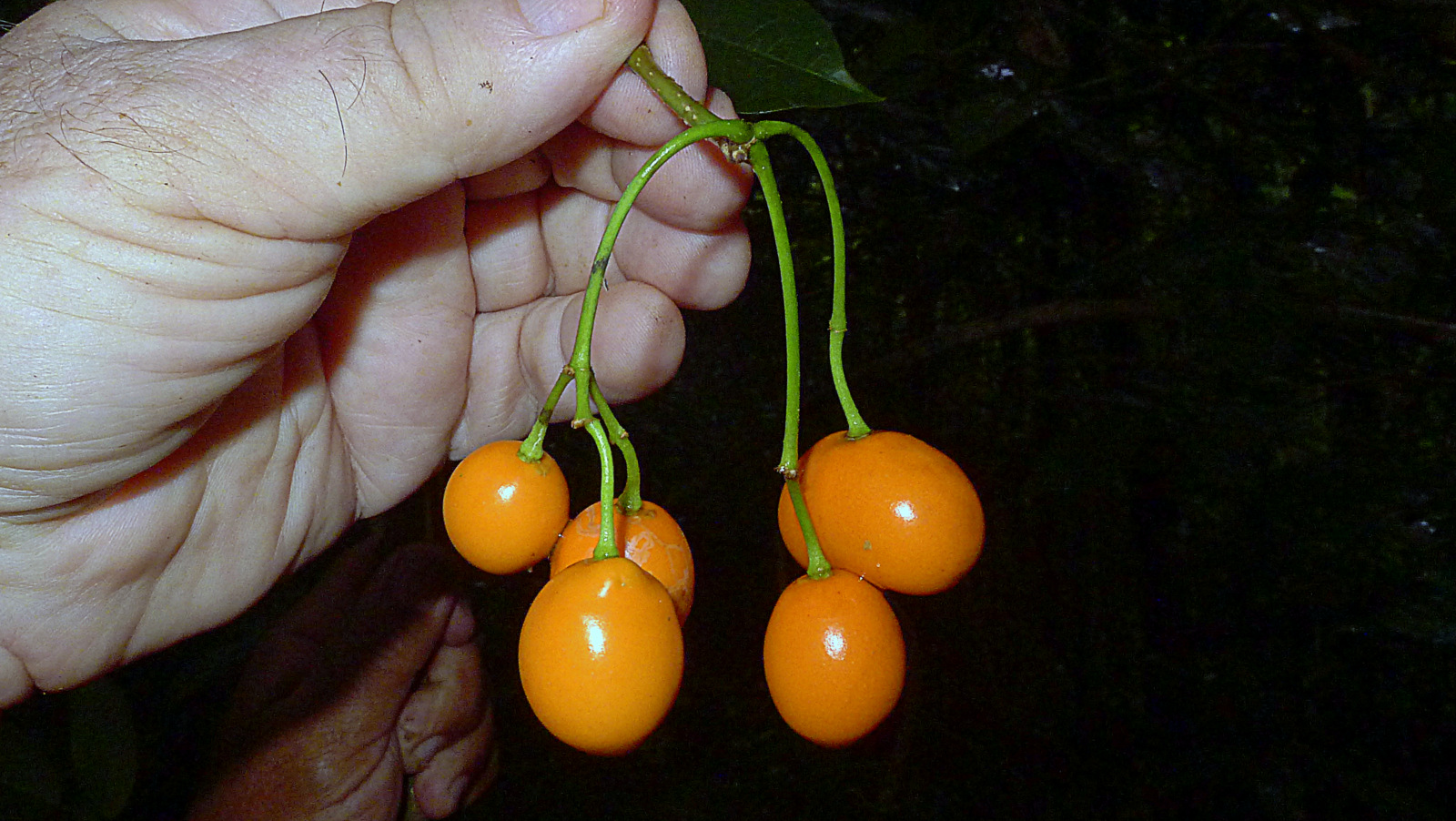
Rauvolfia grandiflora
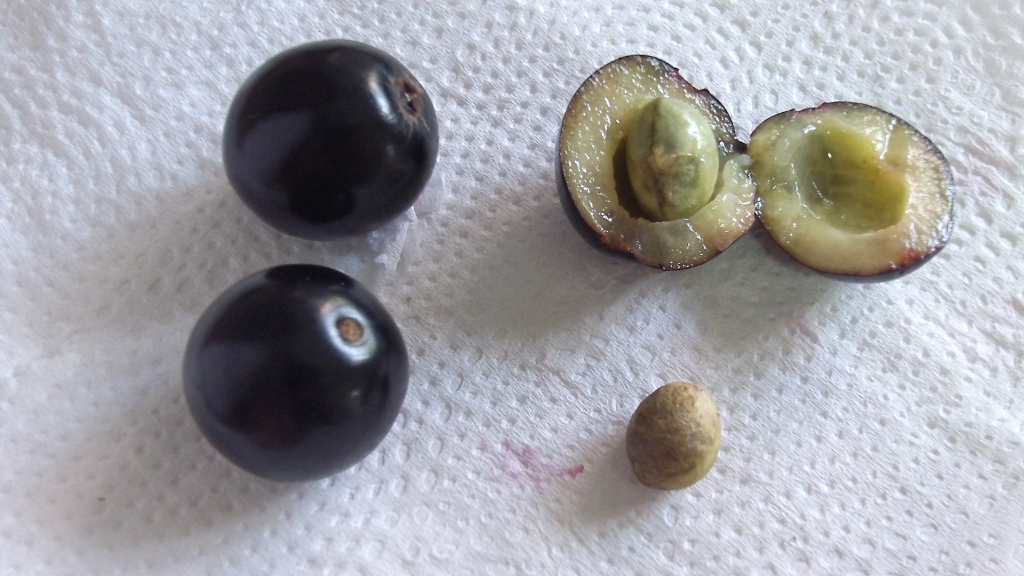
Regenwaldpflaume
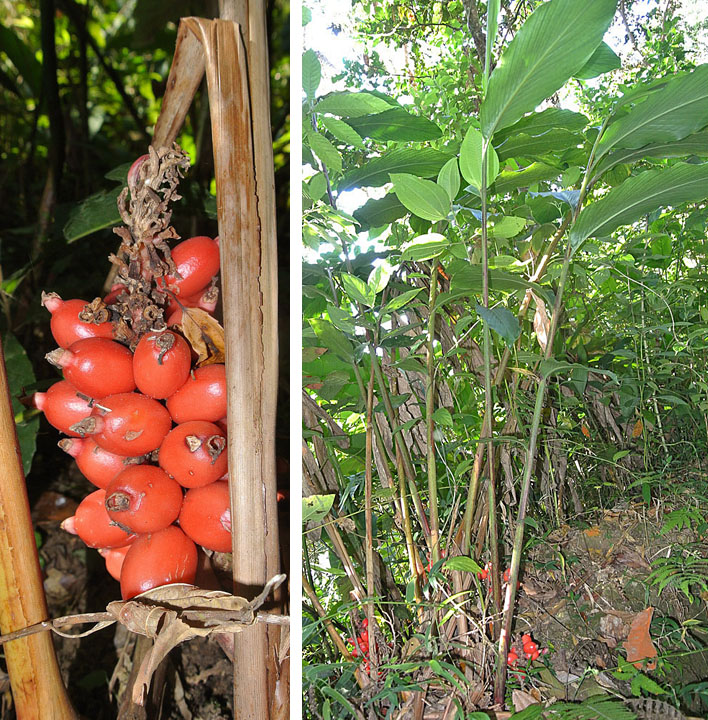
Renealmia alpinia
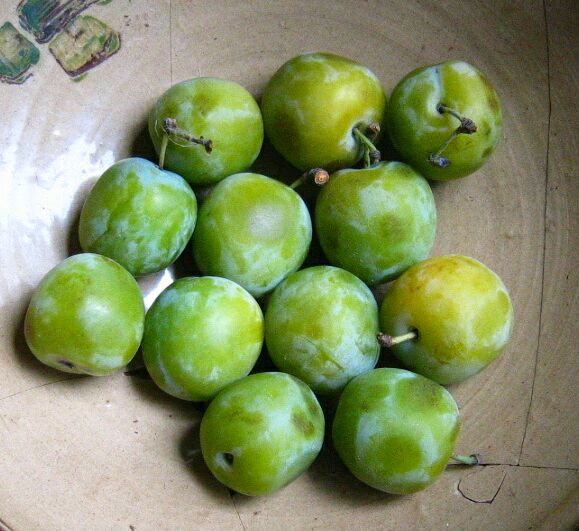
Reneklode
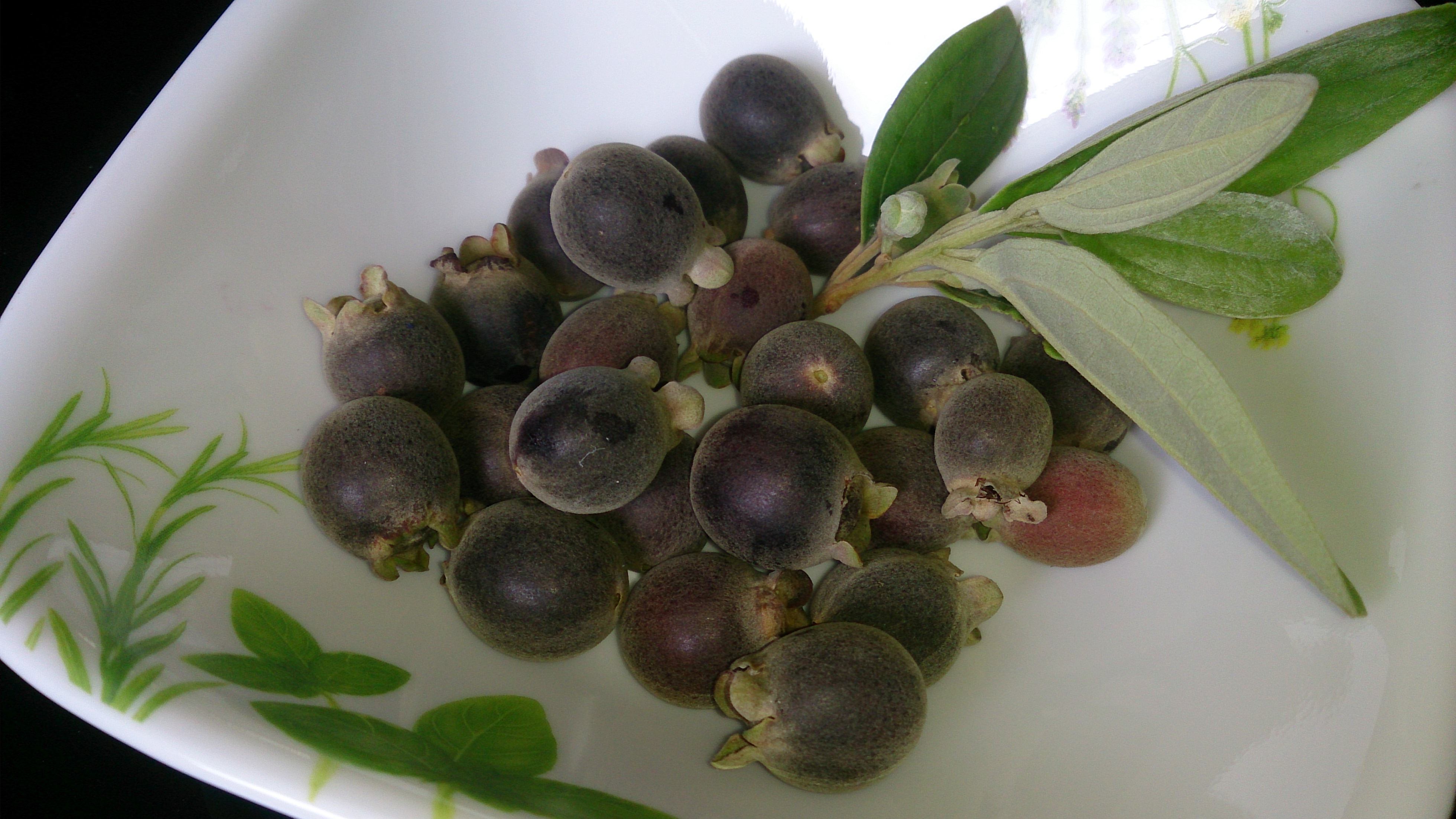
Rhodomyrtus tomentosa
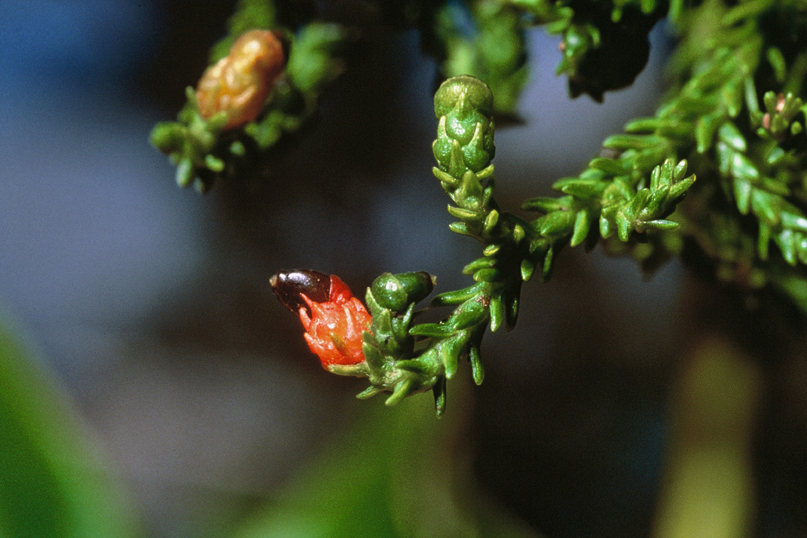
Rimu-Harzeibe (Keine Frucht; nur der Arillus)
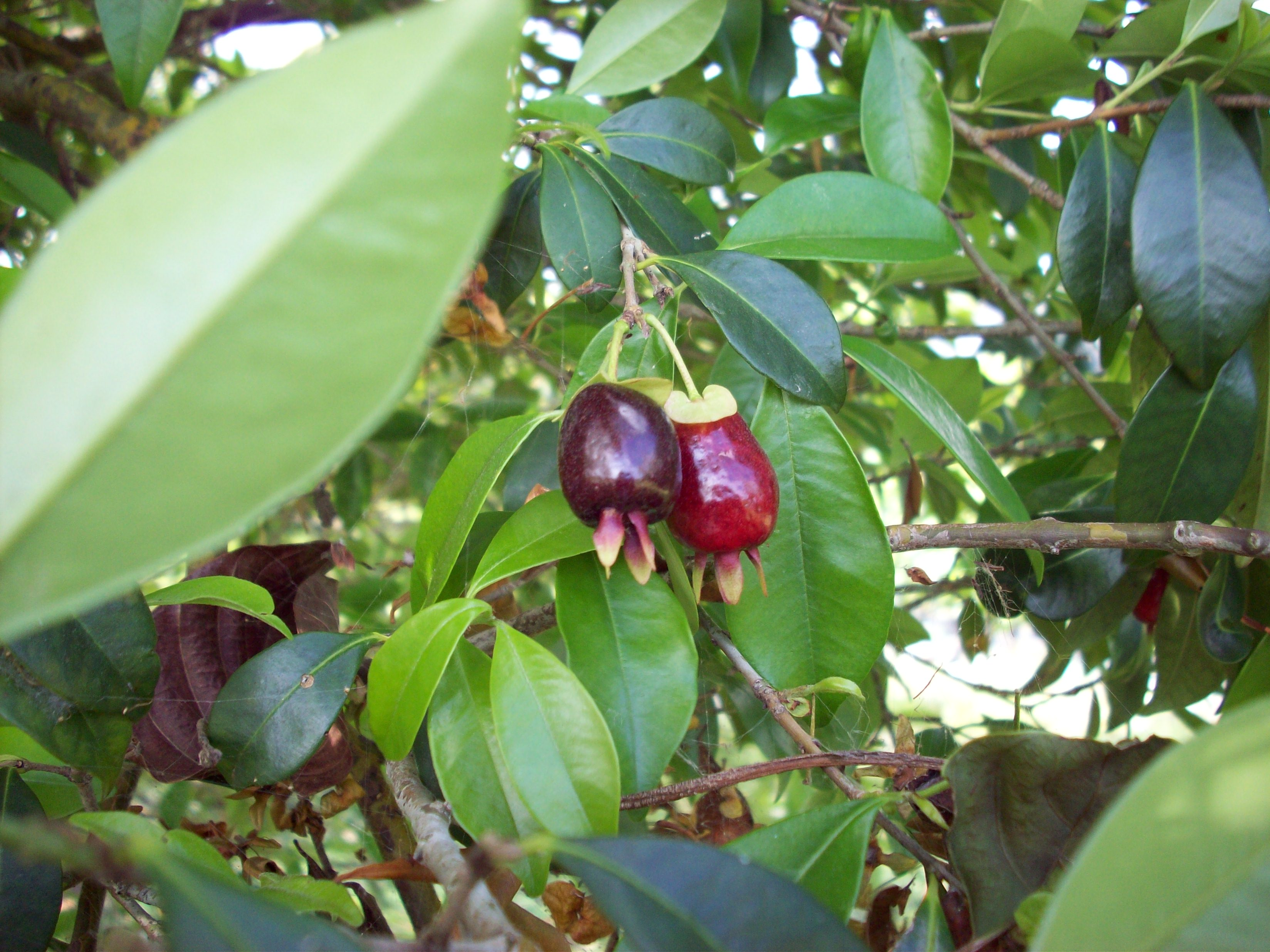
Rio-Grande Kirsche
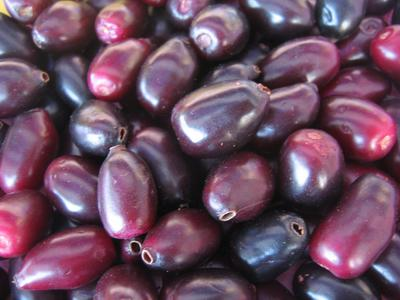
Rosenapfel (Syzygium cumini)
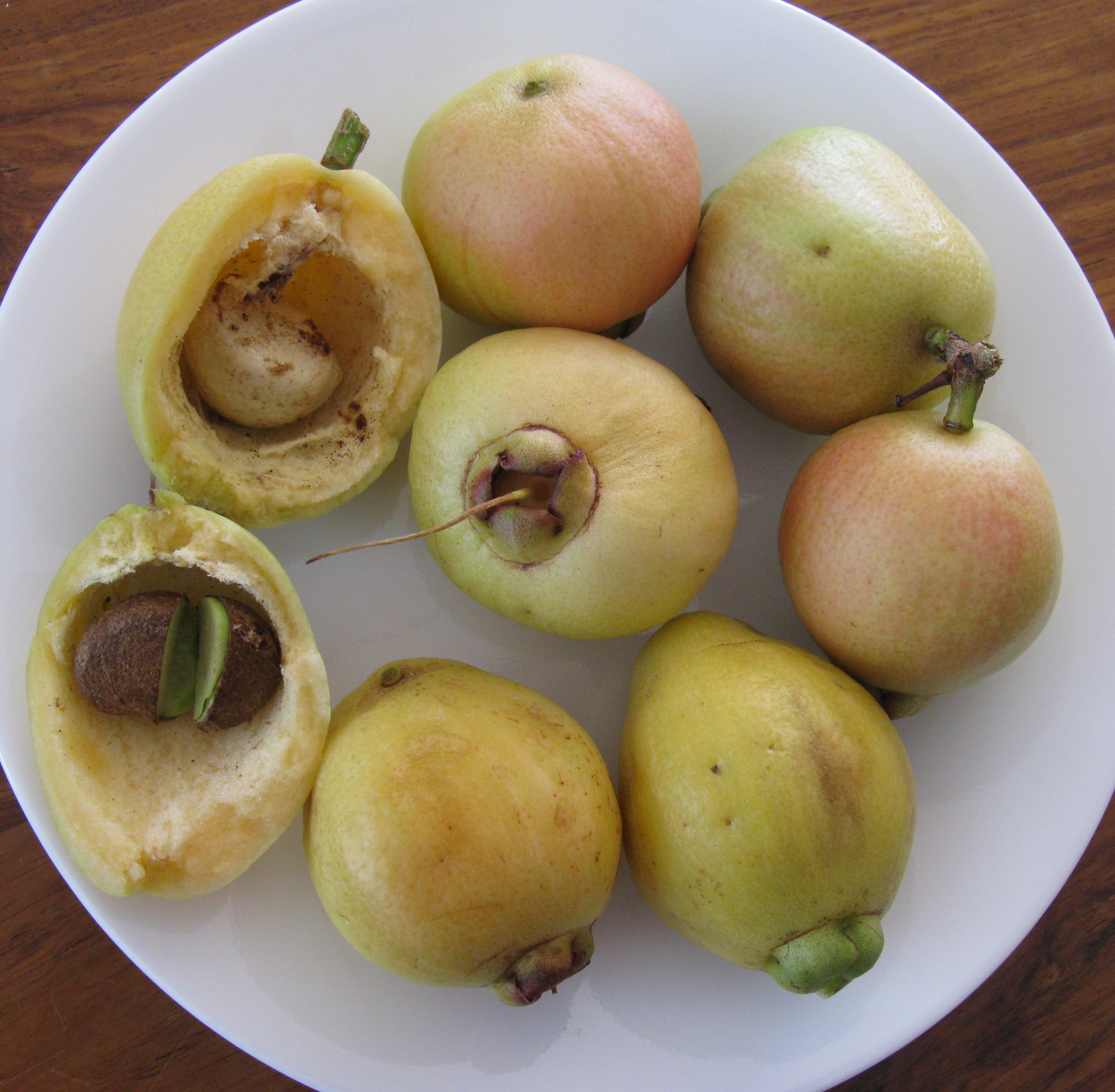
Rosenapfel (Syzygium jambos)
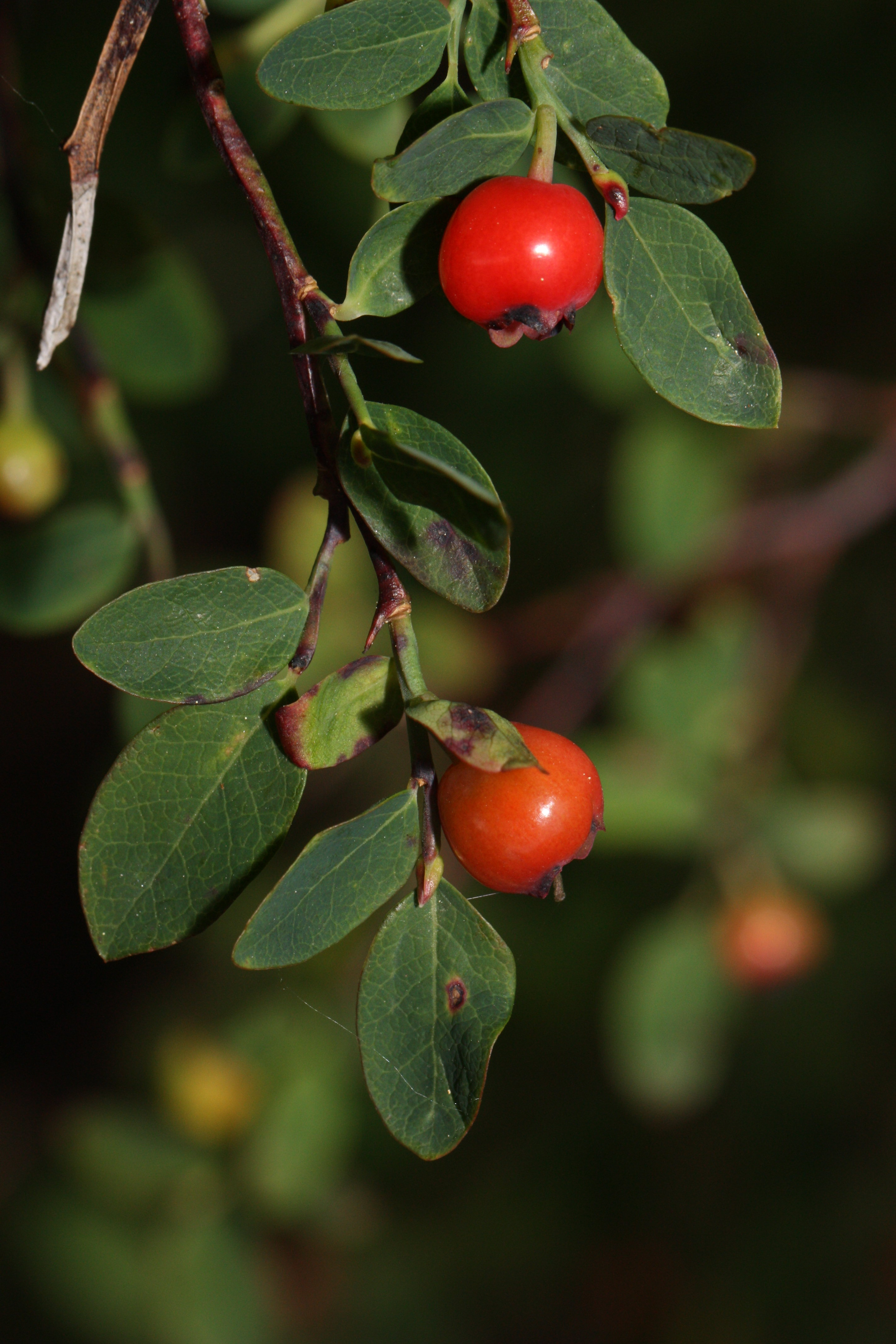
Rote Heidelbeere
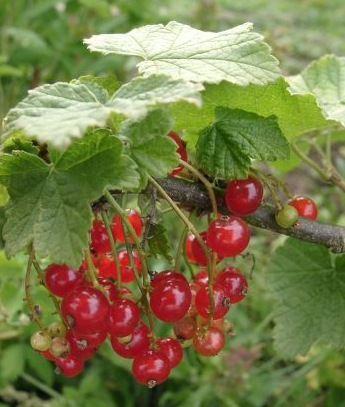
Rote Johannisbeere (Ribisel)
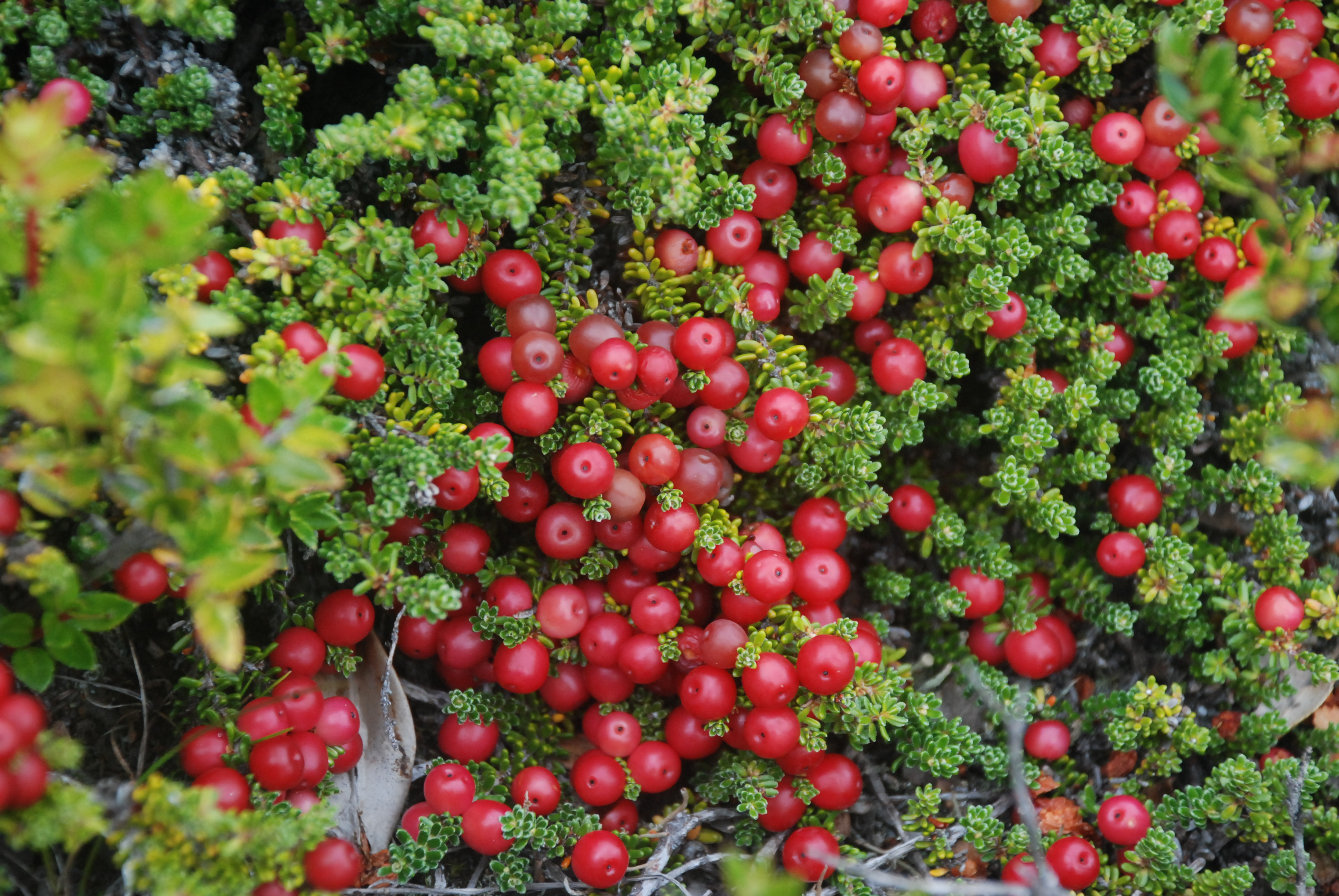
Rote Krähenbeere
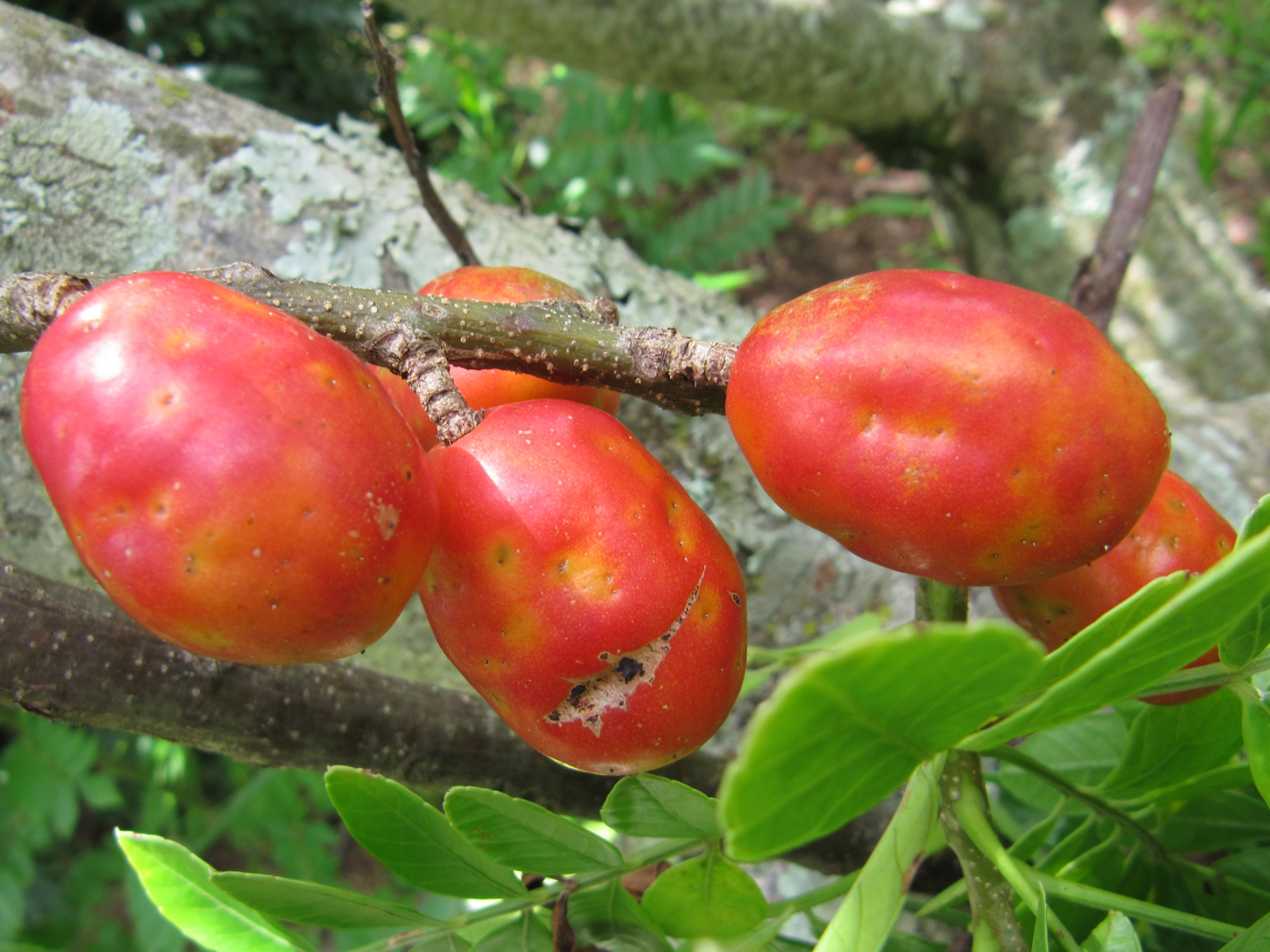
Rote Mombinpflaume
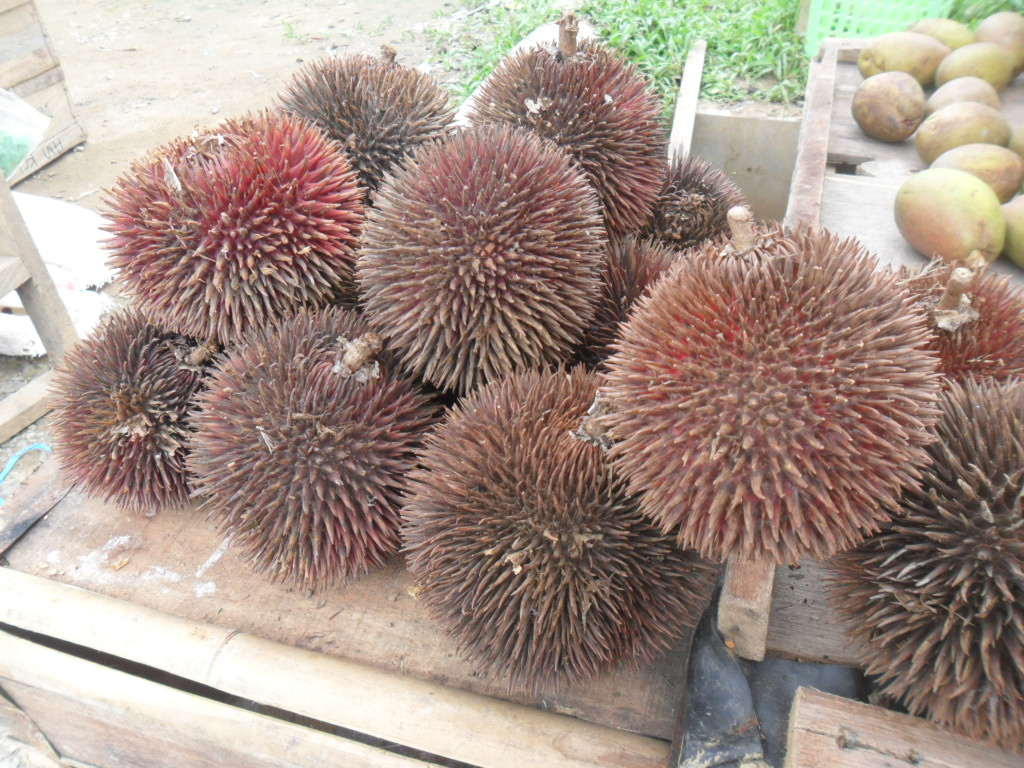
Roter Durian
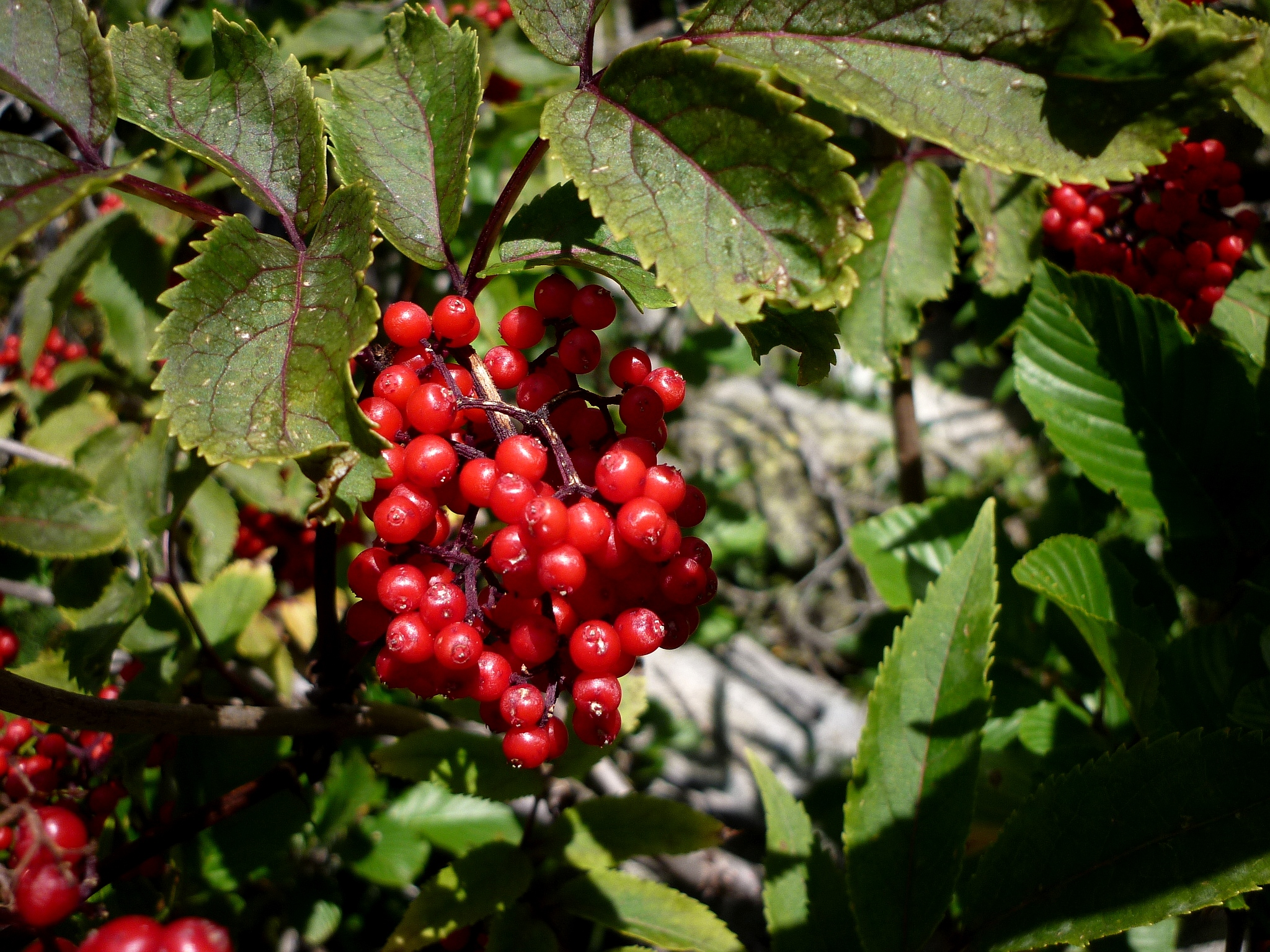
Roter Holunder
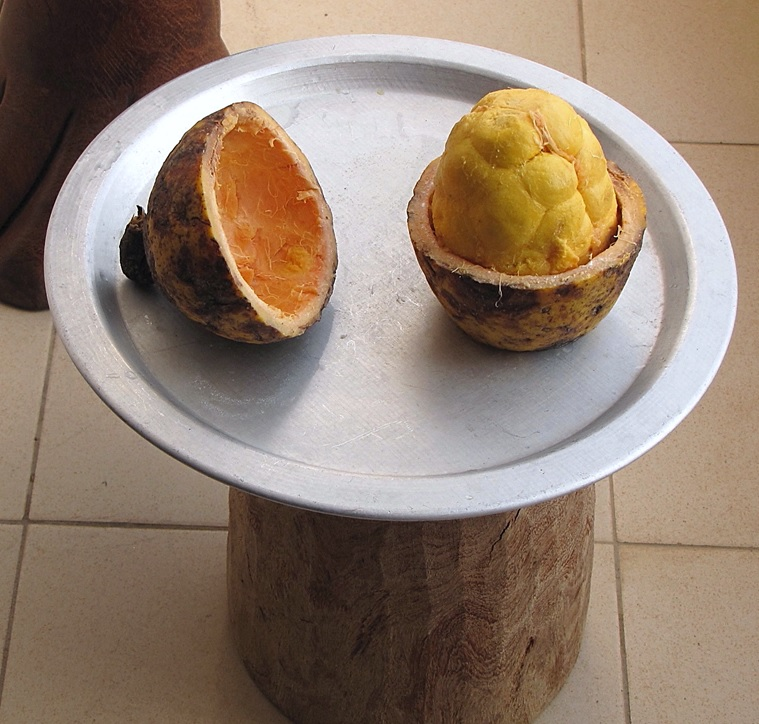
Saba senegalensis (Saba, Kaba) (ähnlich ist Saba comorensis)
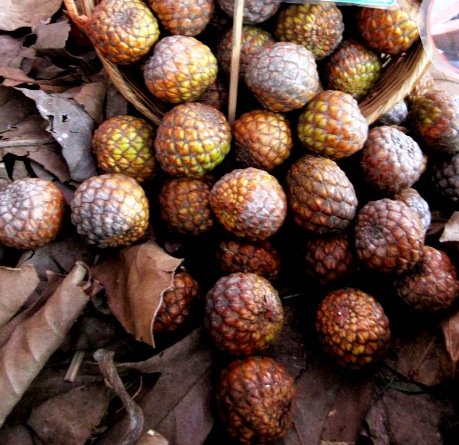
Sago
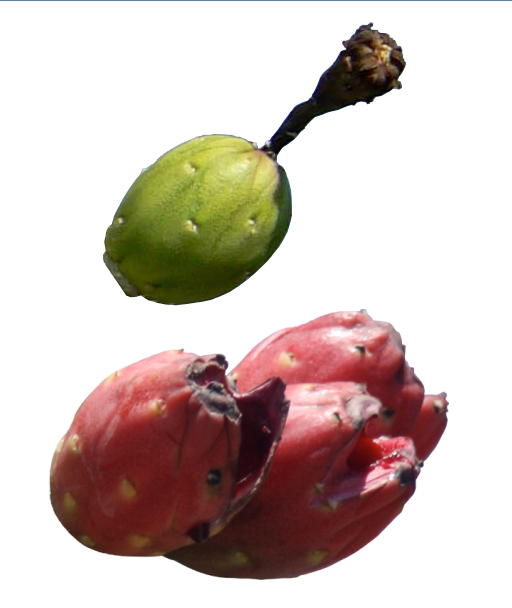
Saguaro
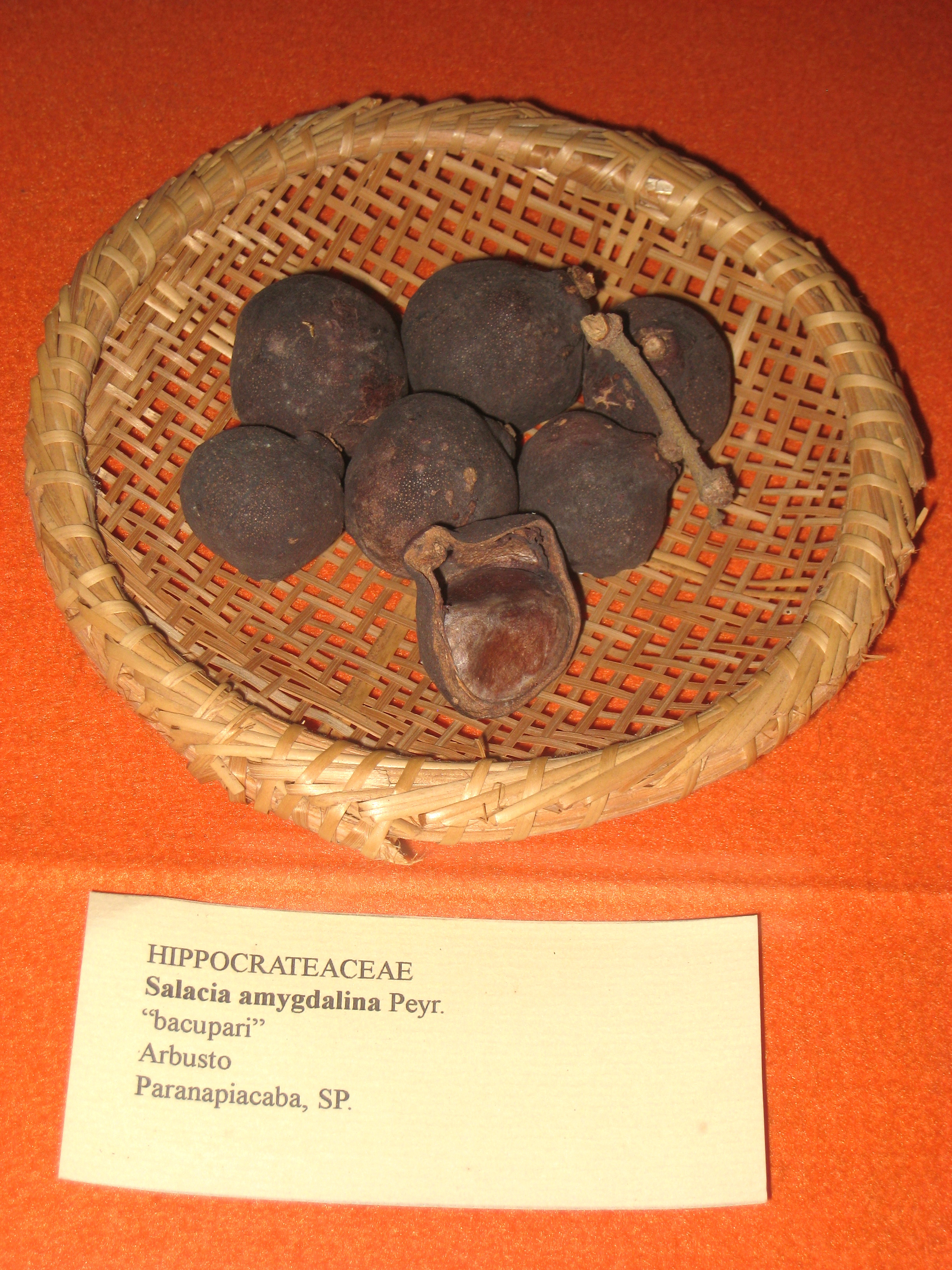
Salacia elliptica
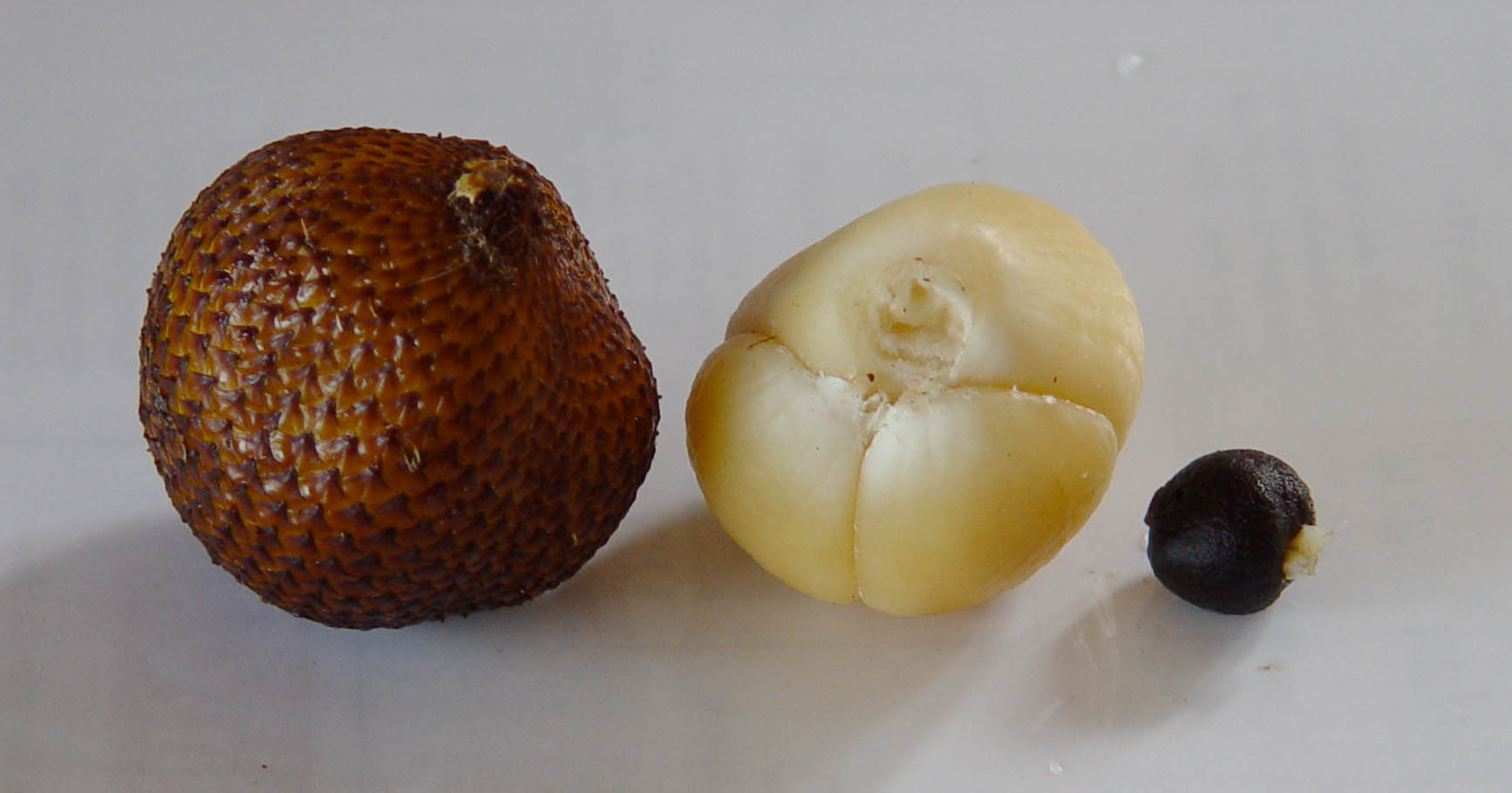
Salak
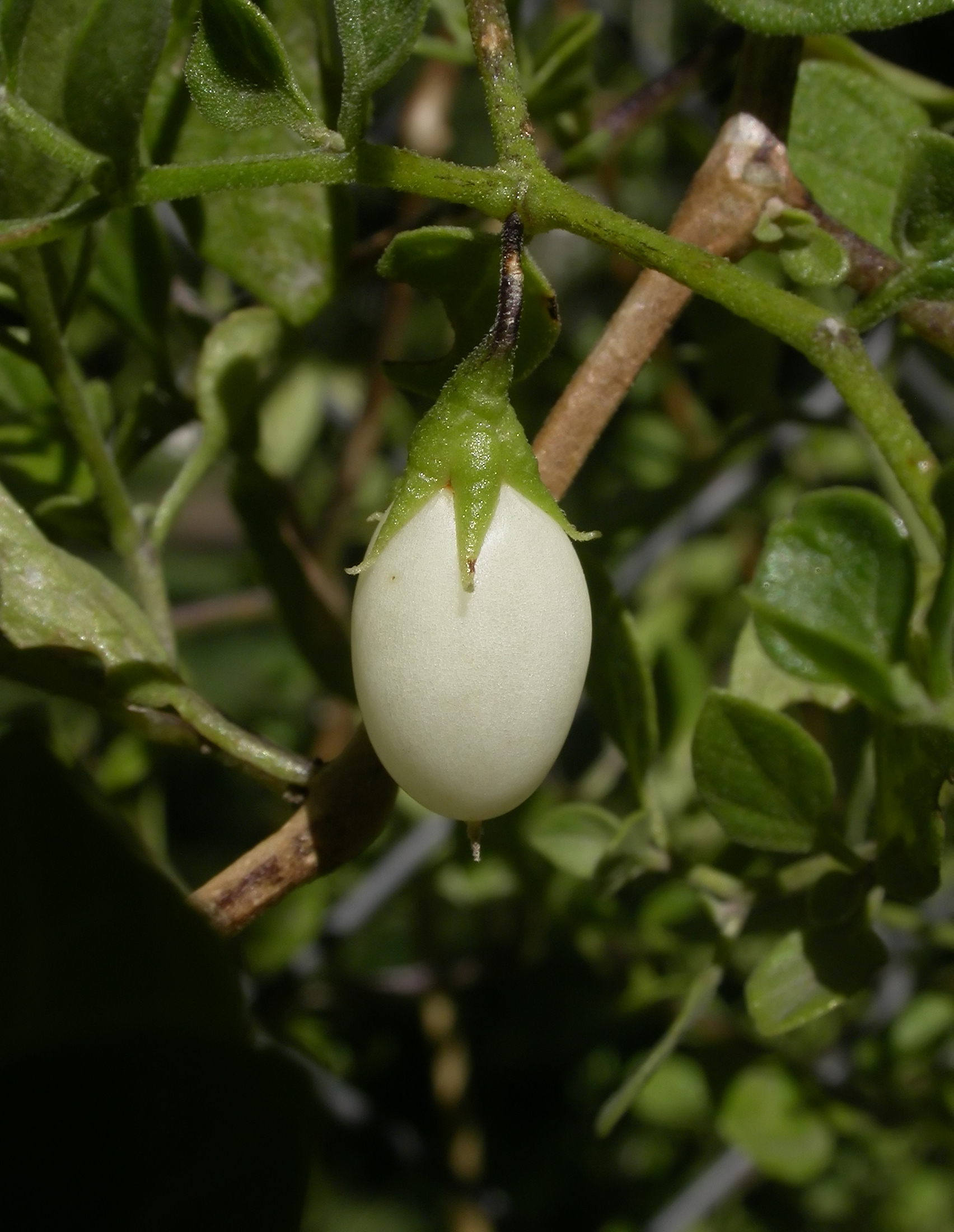
Salpichroa origanifolia
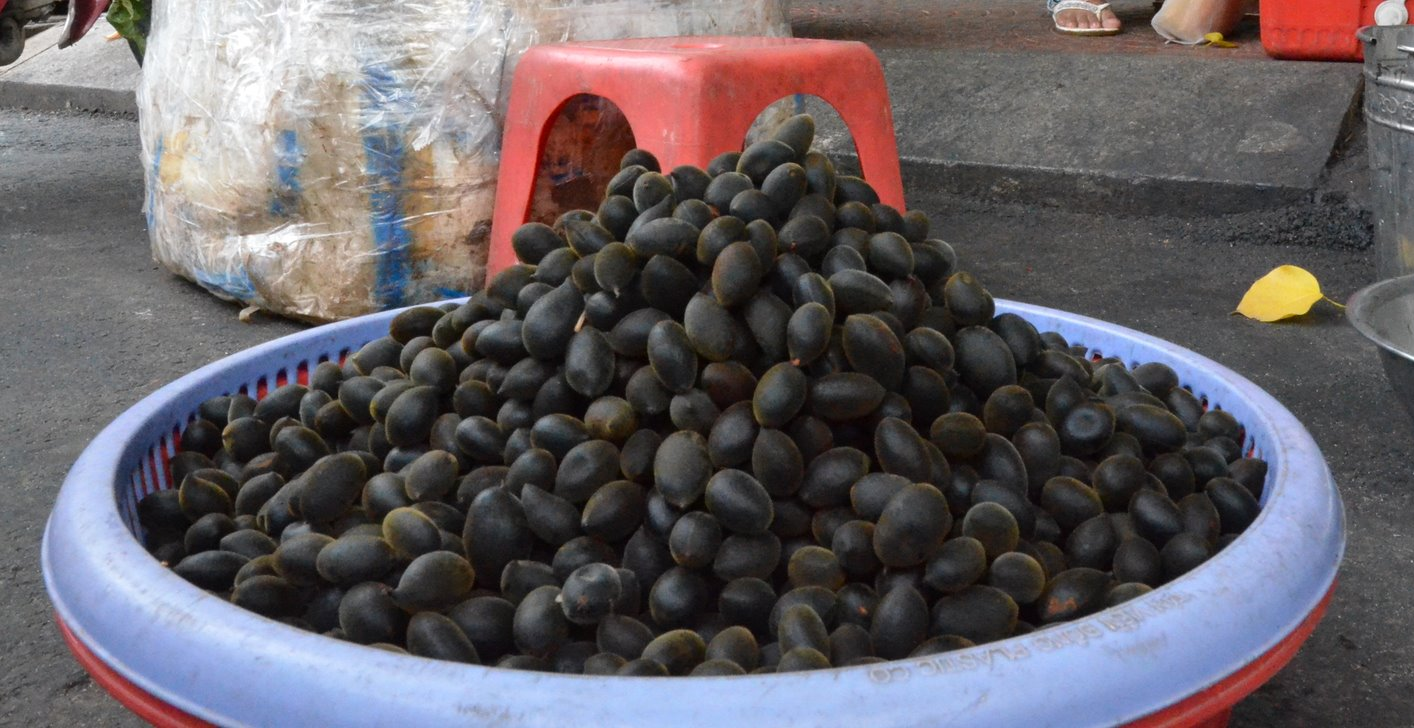
Samt Tamarinde (Dialium cochinchinense, Dialium indum)
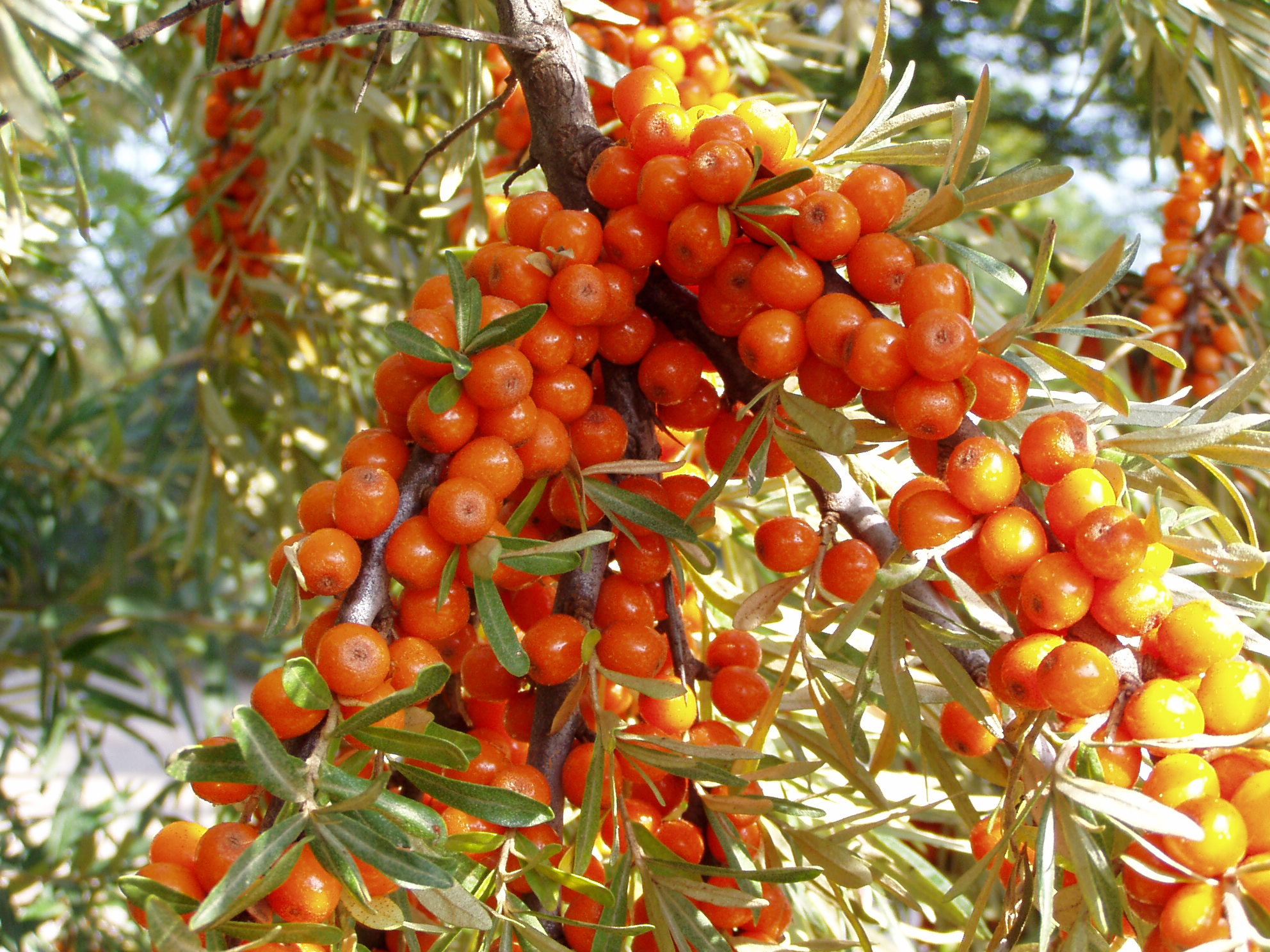
Sanddorn
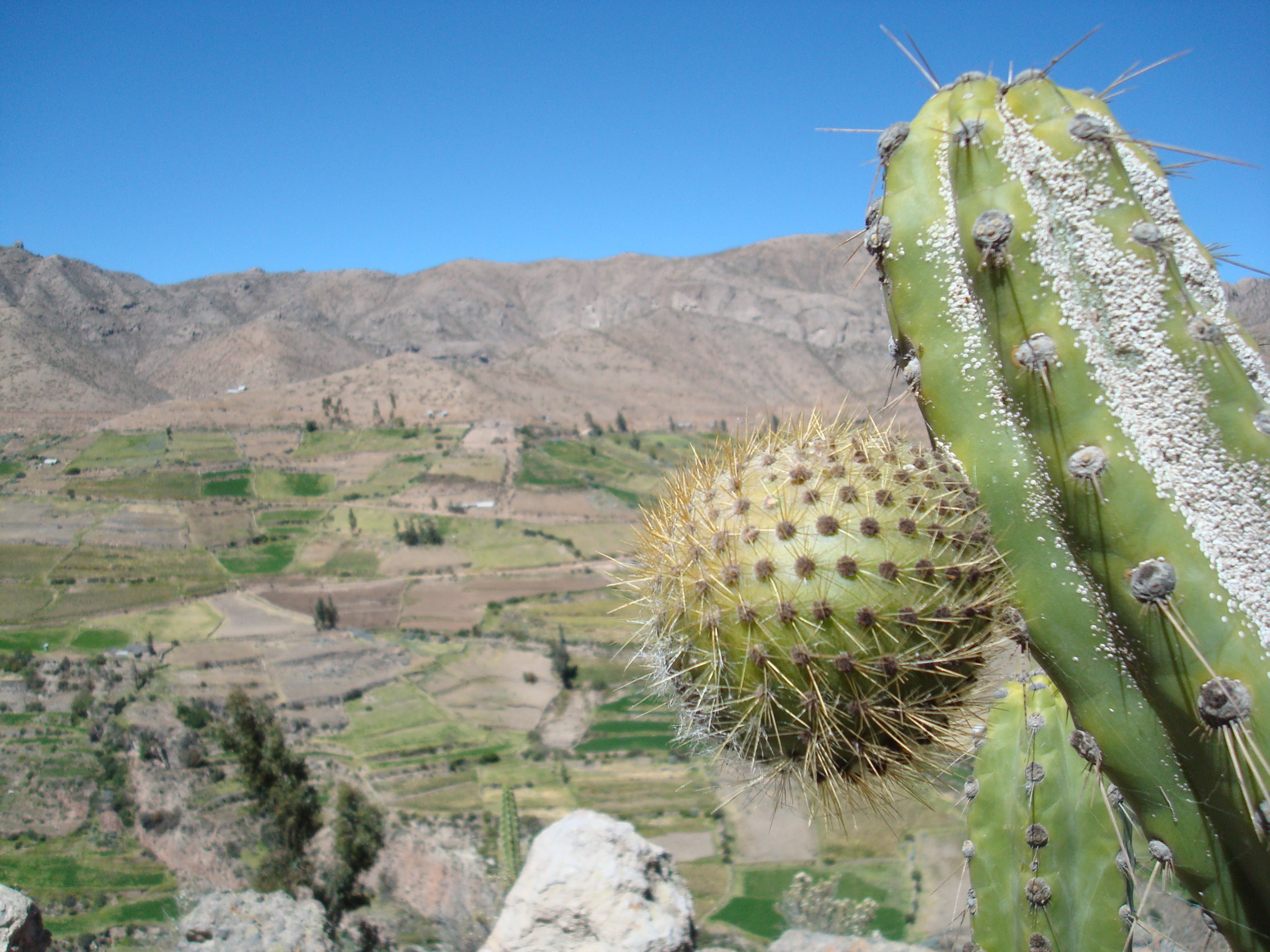
Sanky
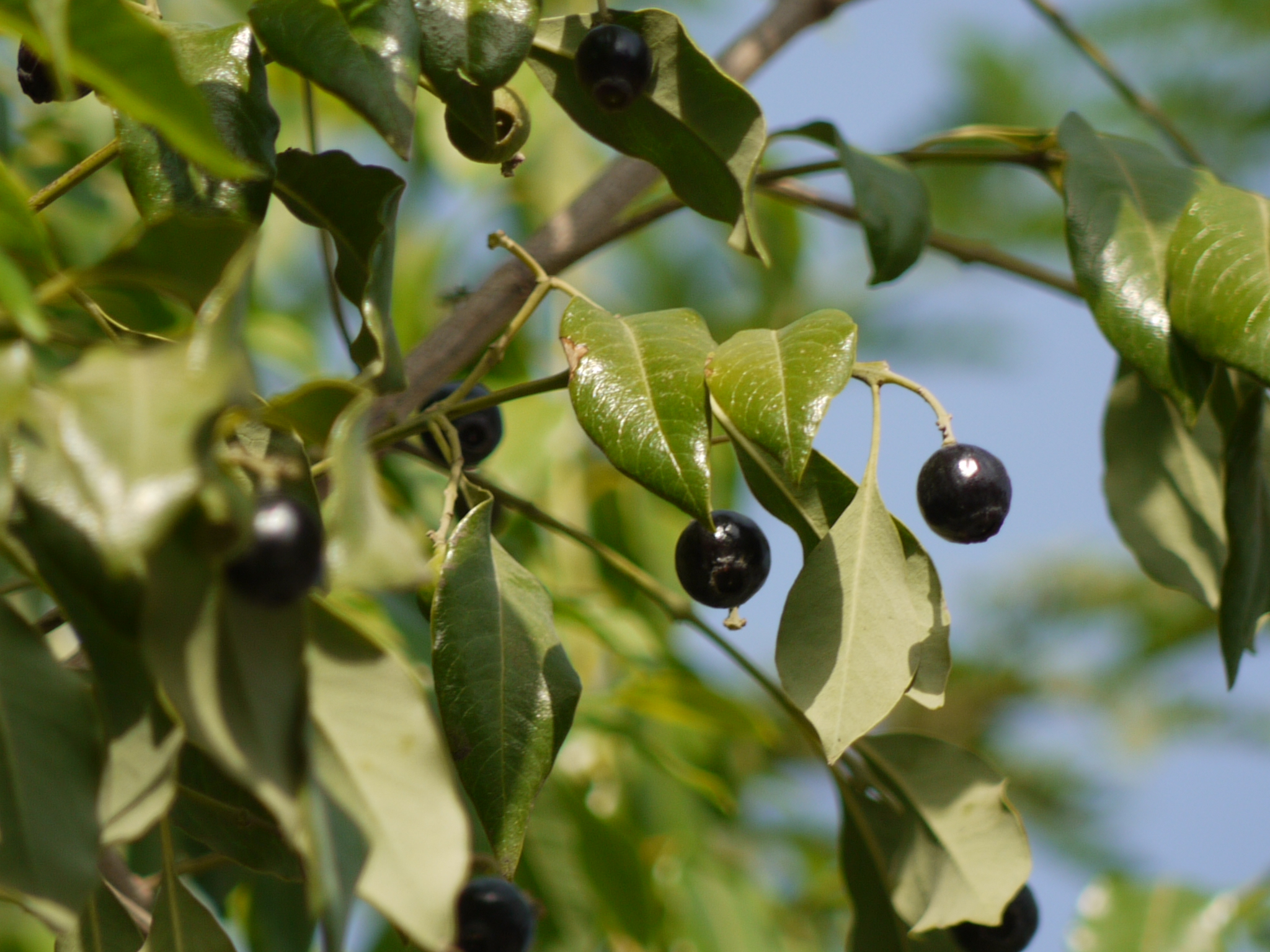
Santalum album (ähnlich ist Santalum lanceolatum)
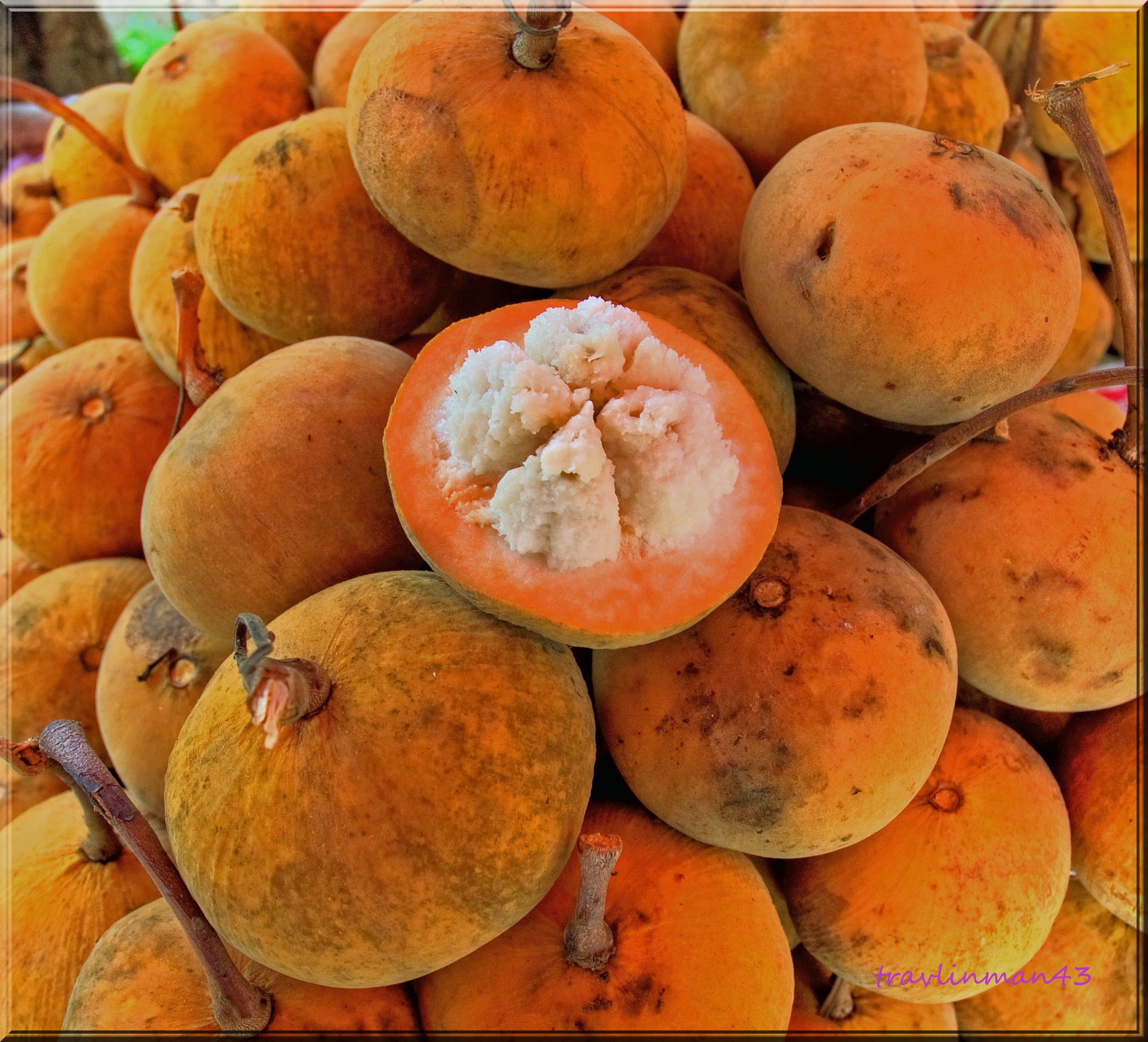
Santol
Satsuma
Sauerkirsche
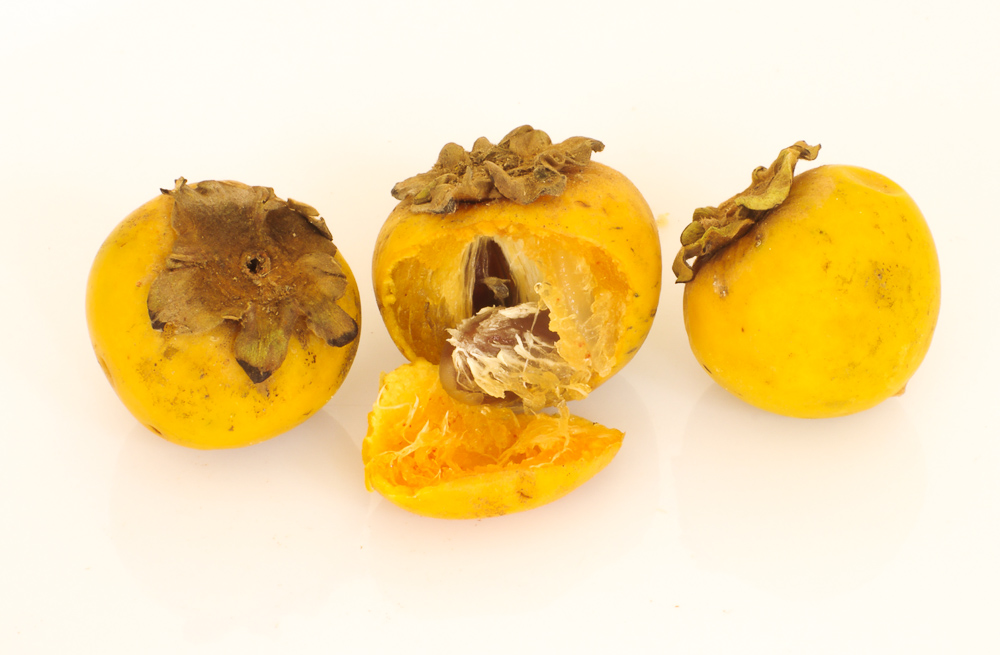
Schakalbeere
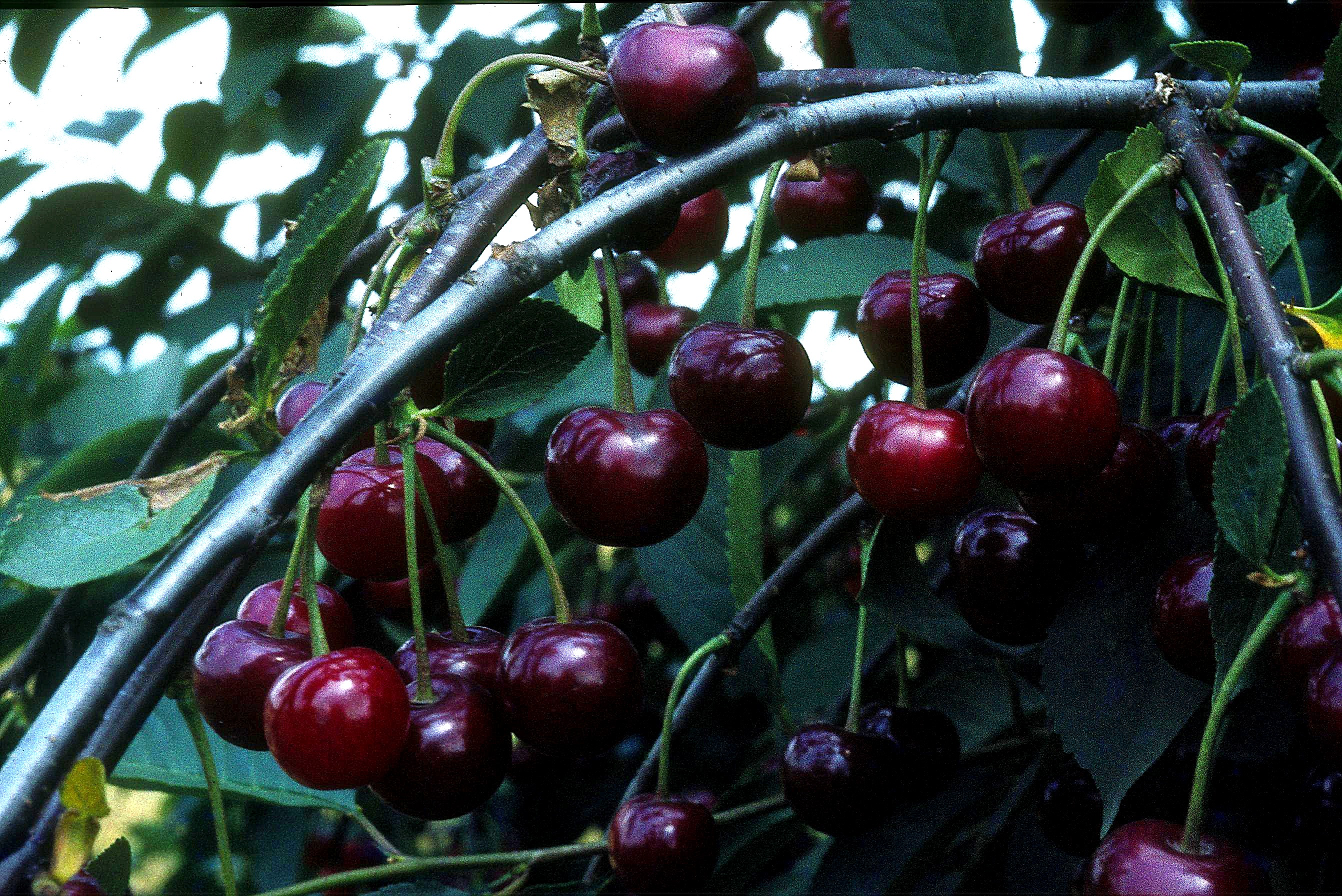
Schattenmorelle (Weichsel)
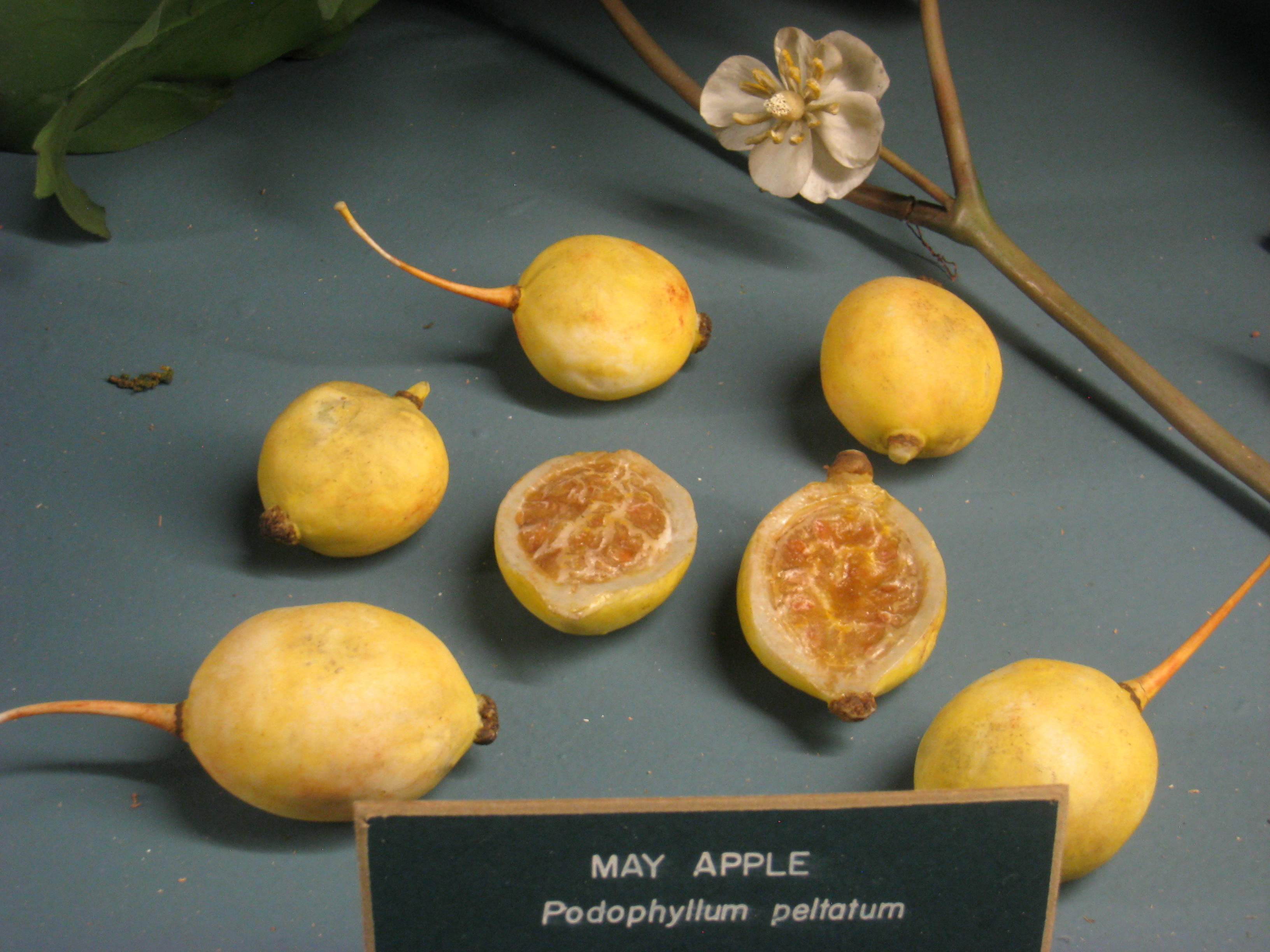
Schildförmiges Fußblatt (Mandrake, Maiapfel) (bot. Modell)
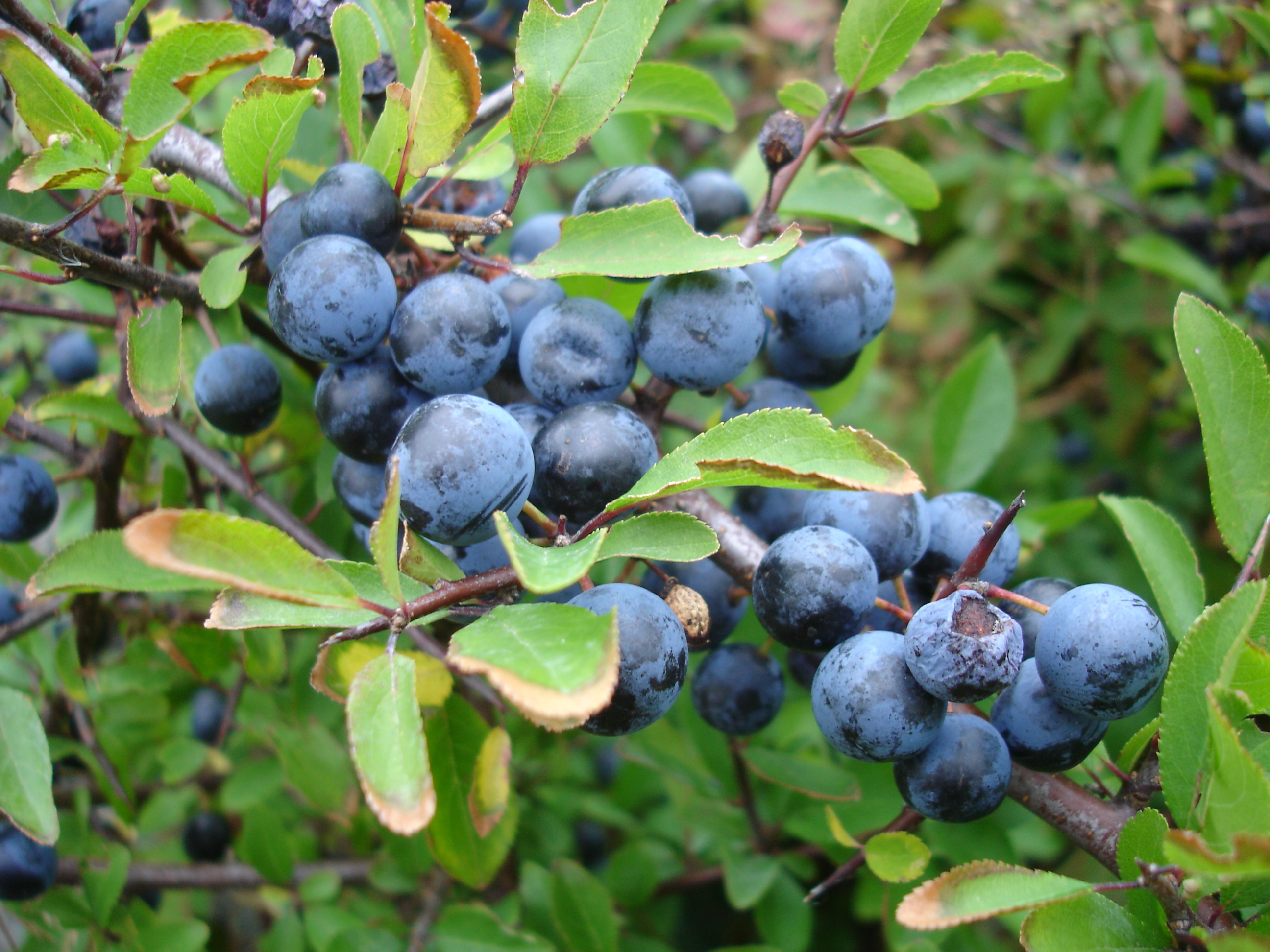
Schlehe
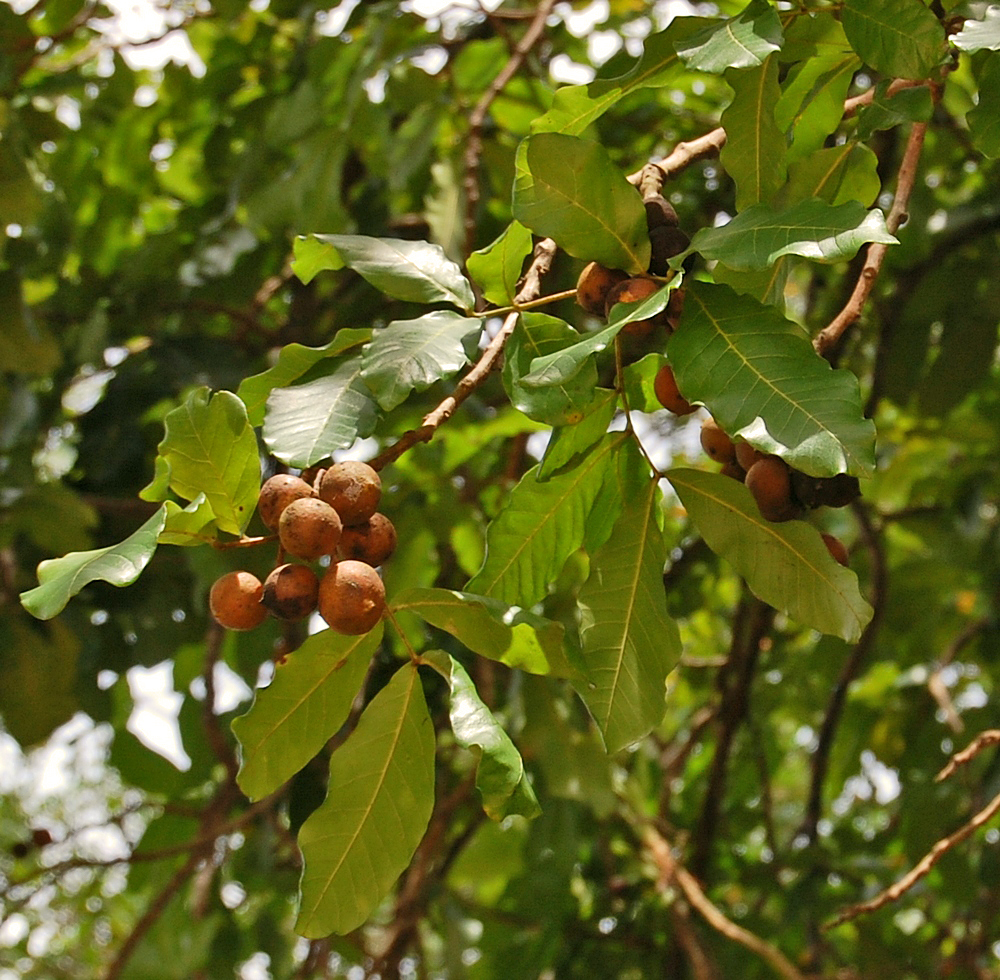
Schleichera oleosa (Kusum)
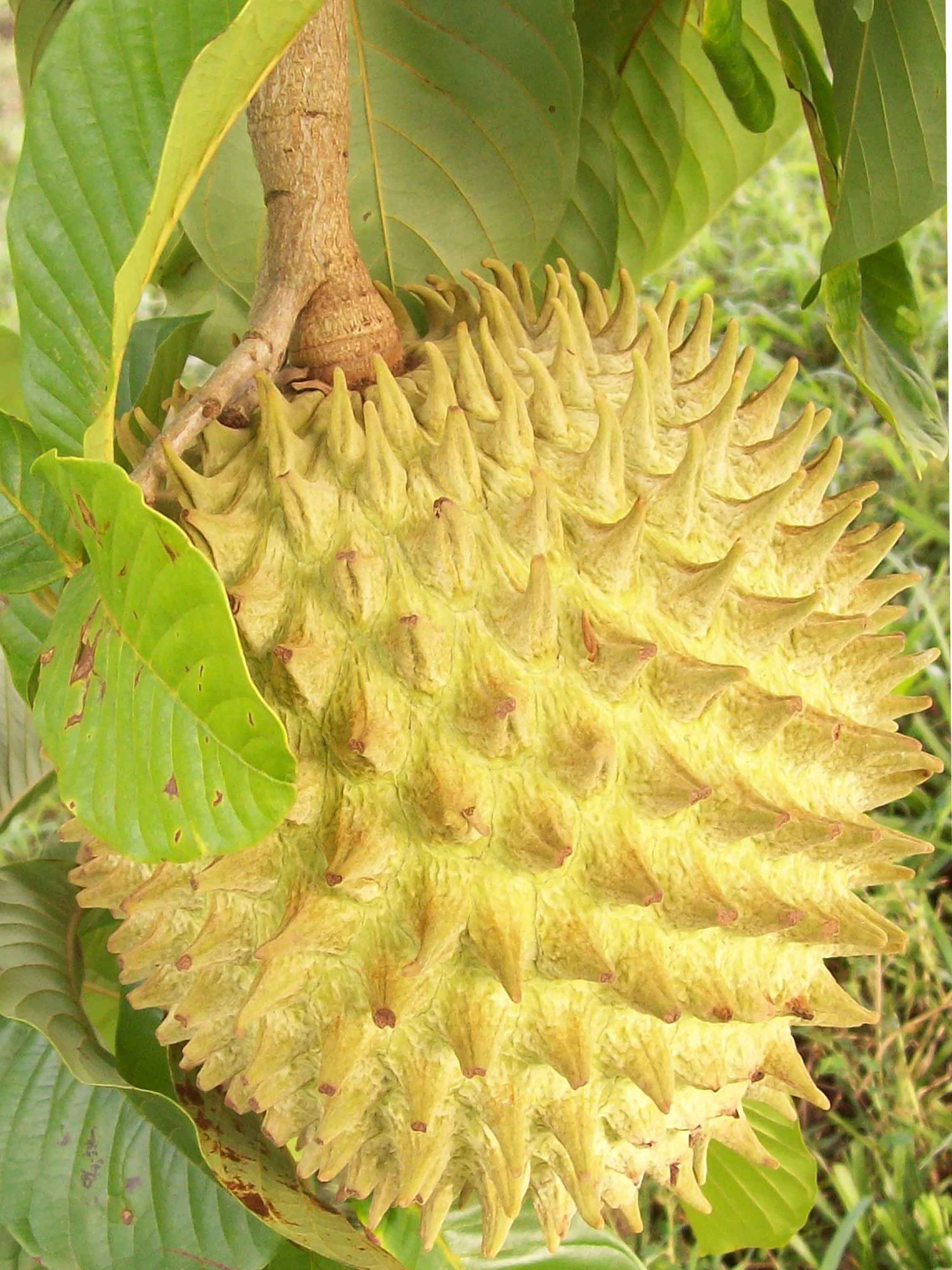
Schleimapfel
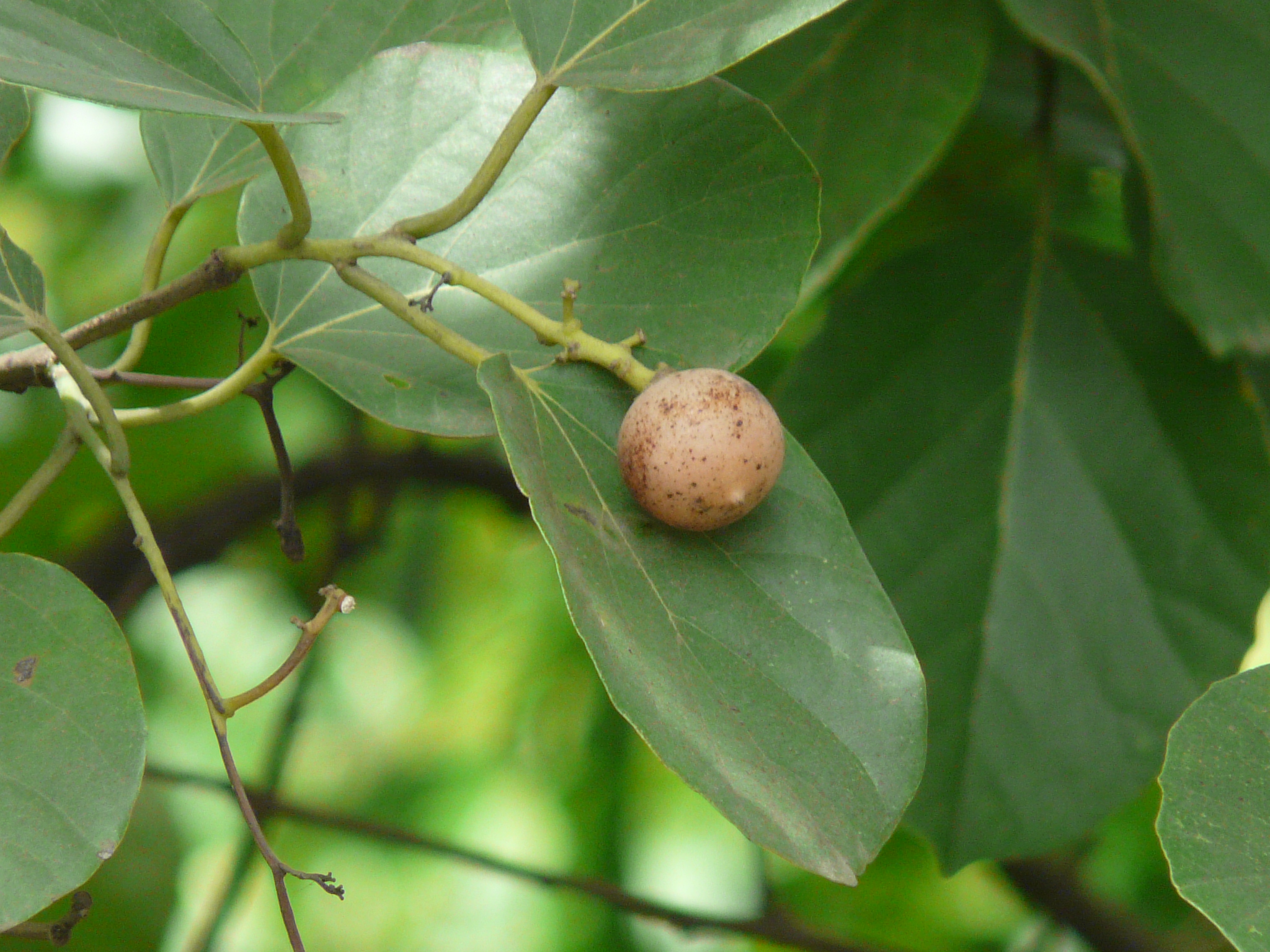
Schwarze Brustbeere
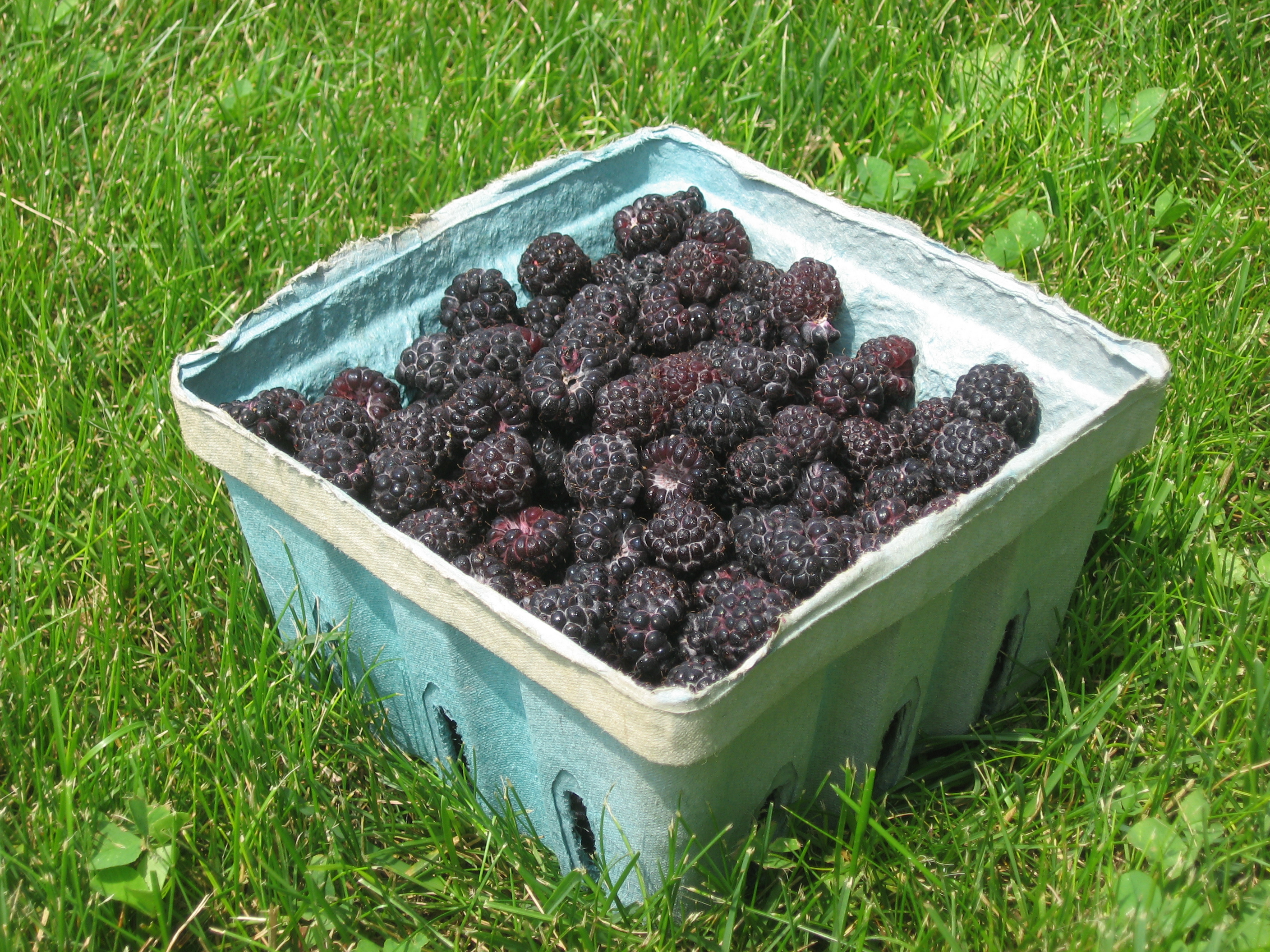
Schwarze Himbeere
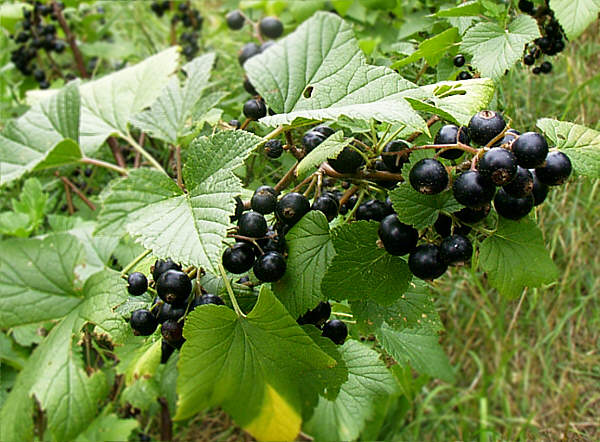
Schwarze Johannisbeere
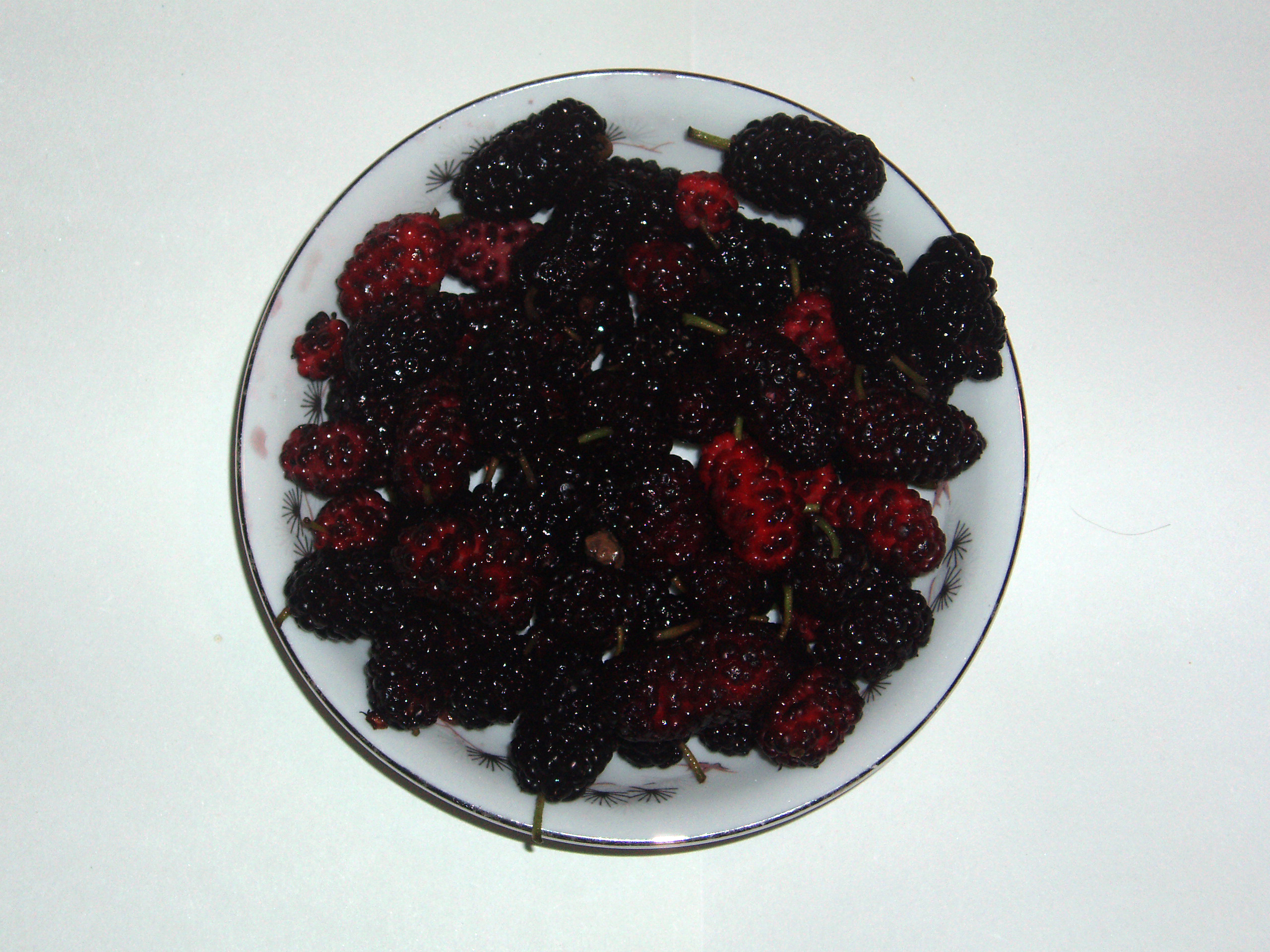
Schwarze Maulbeere
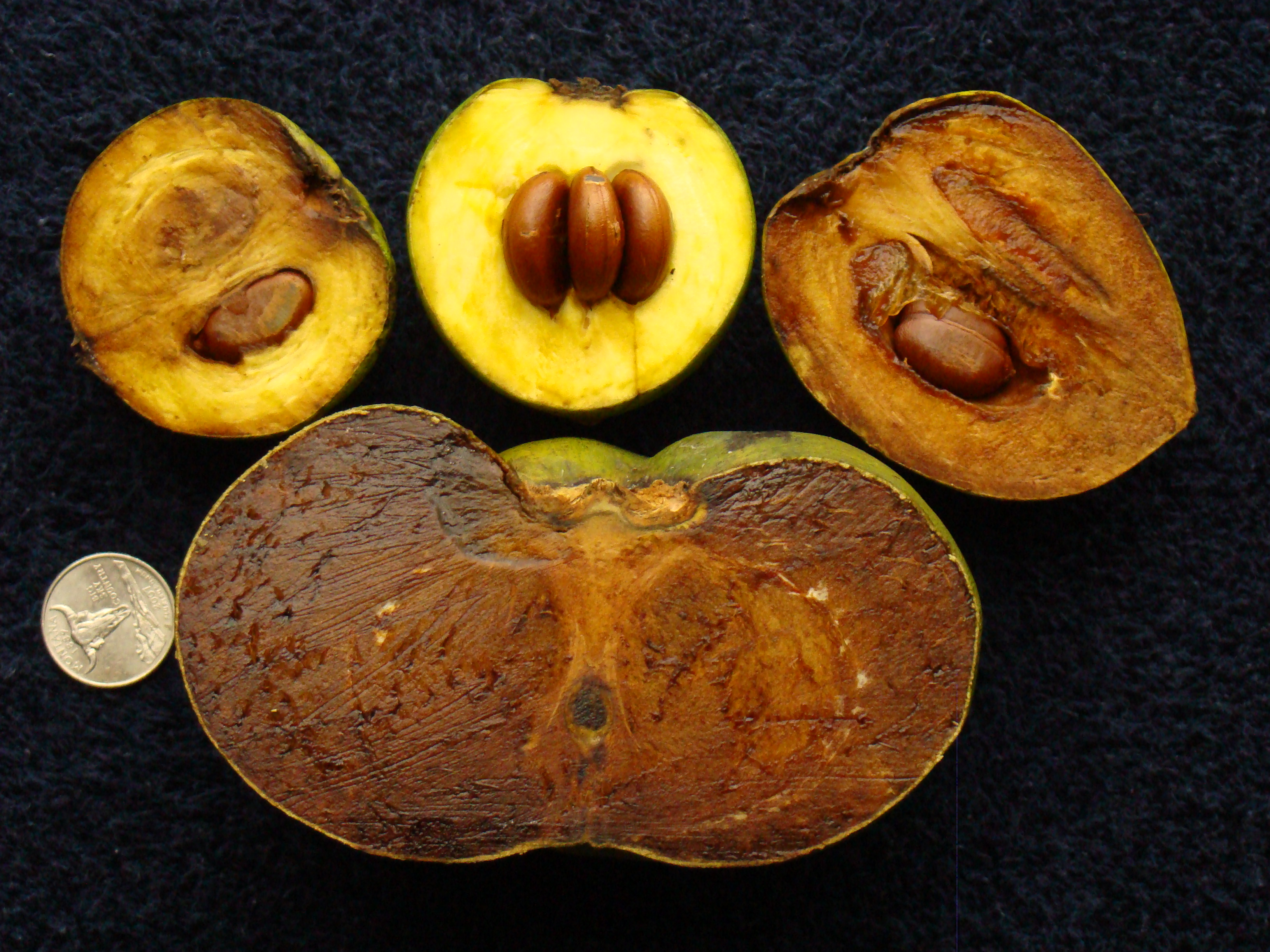
Schwarze Sapote
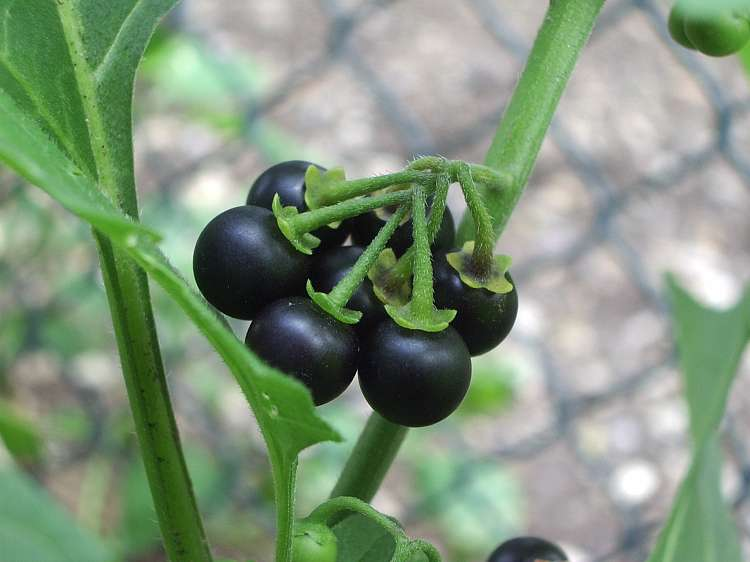
Schwarzer Nachtschatten (nur vollreif und gekocht)
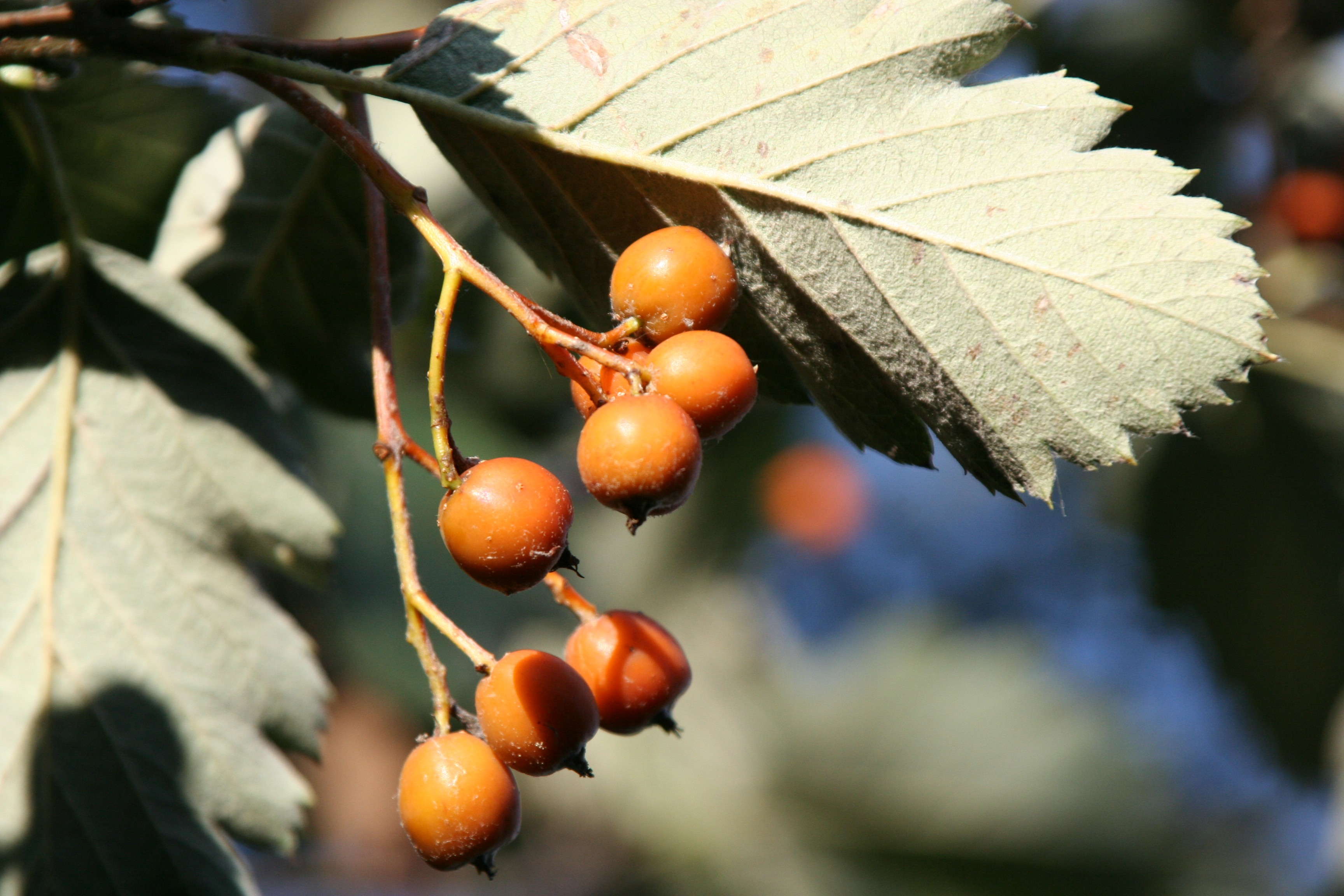
Schwedische Mehlbeere
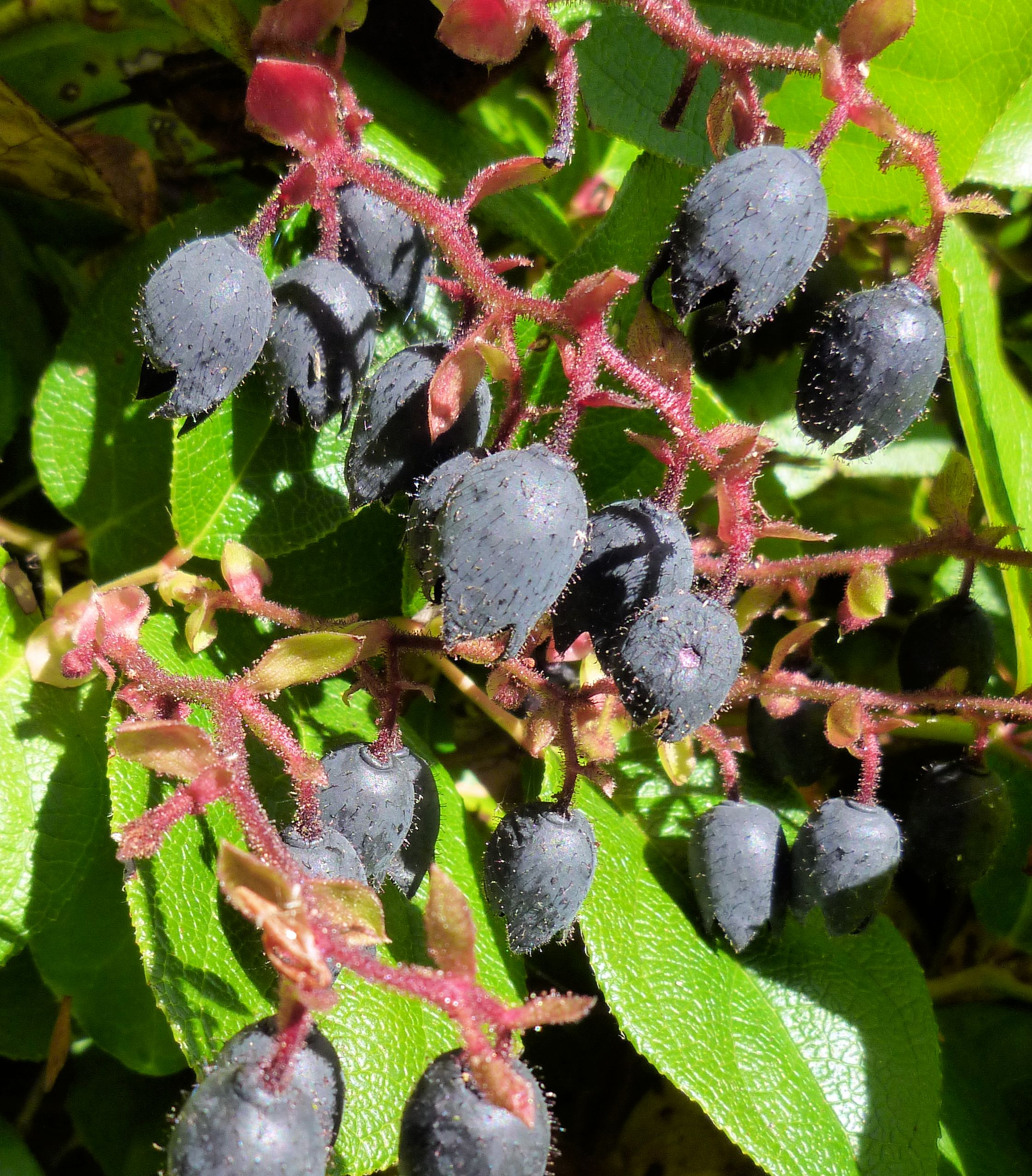
Shallon-Scheinbeere
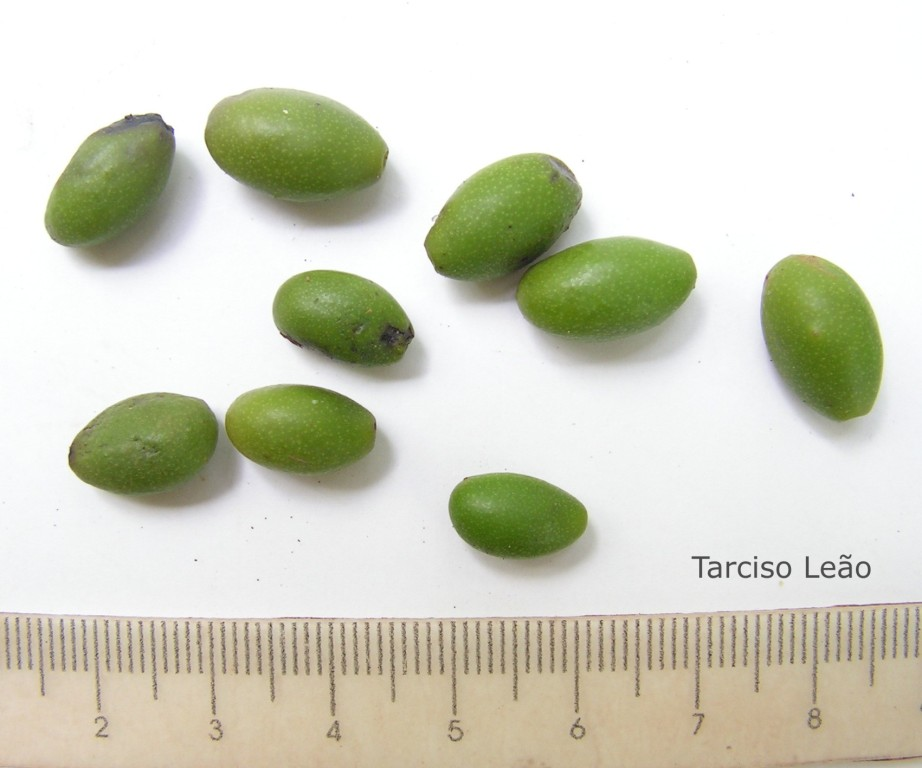
Simarouba amara
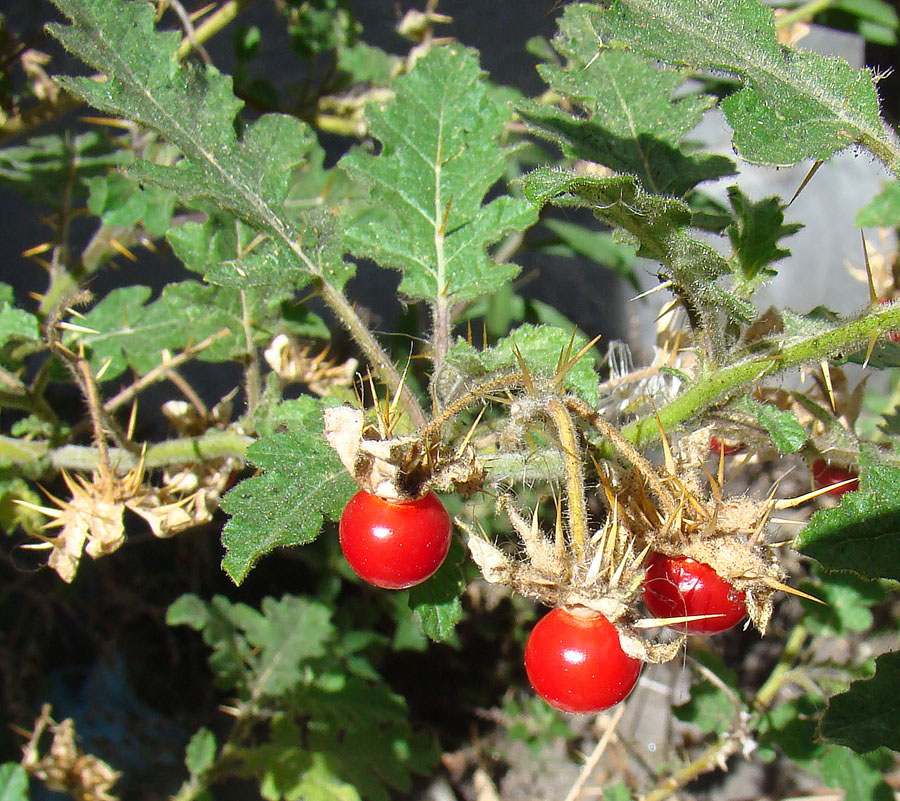
Solanum sisymbriifolium (Litschi-Tomate)
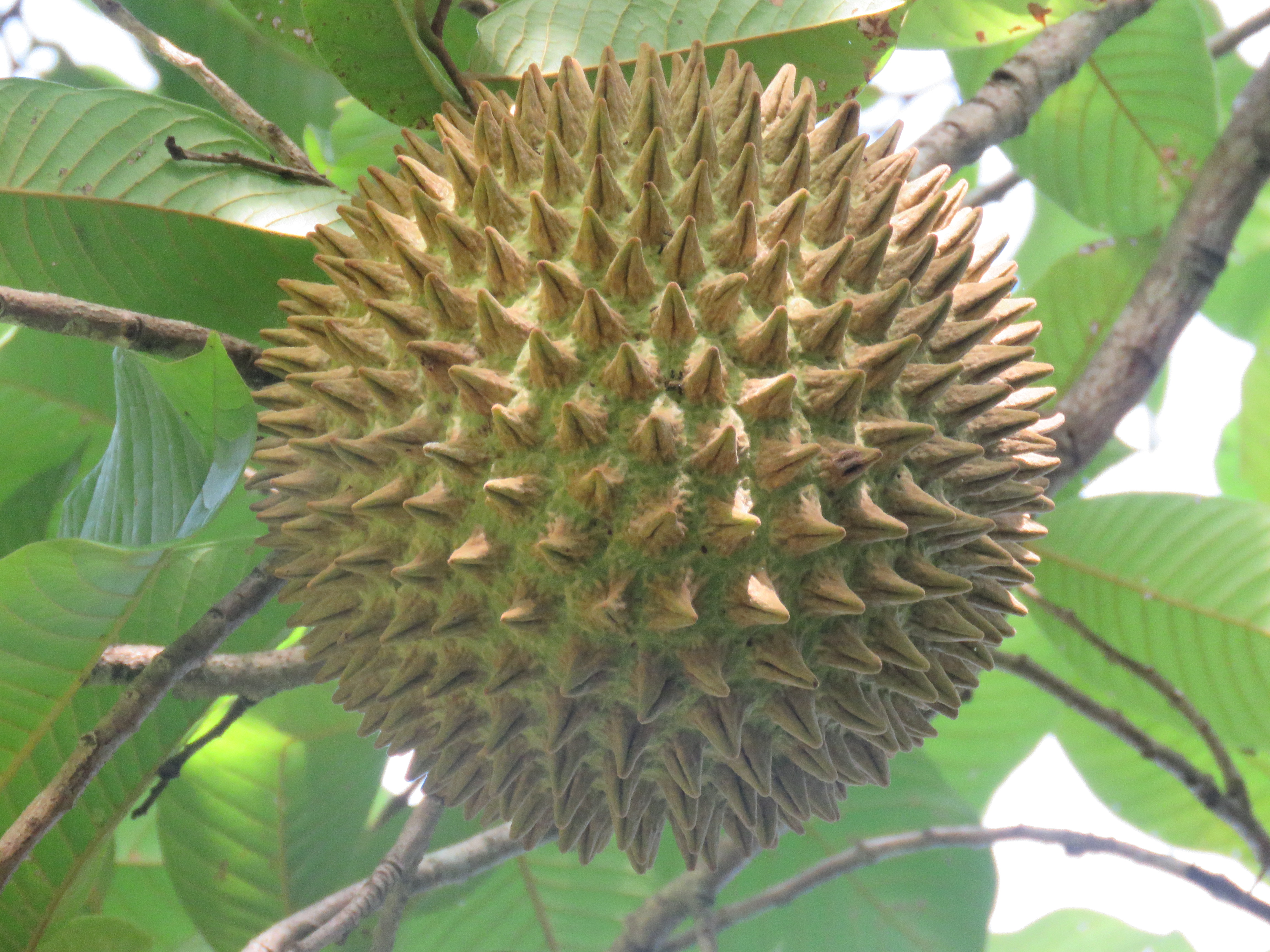
Soncoya
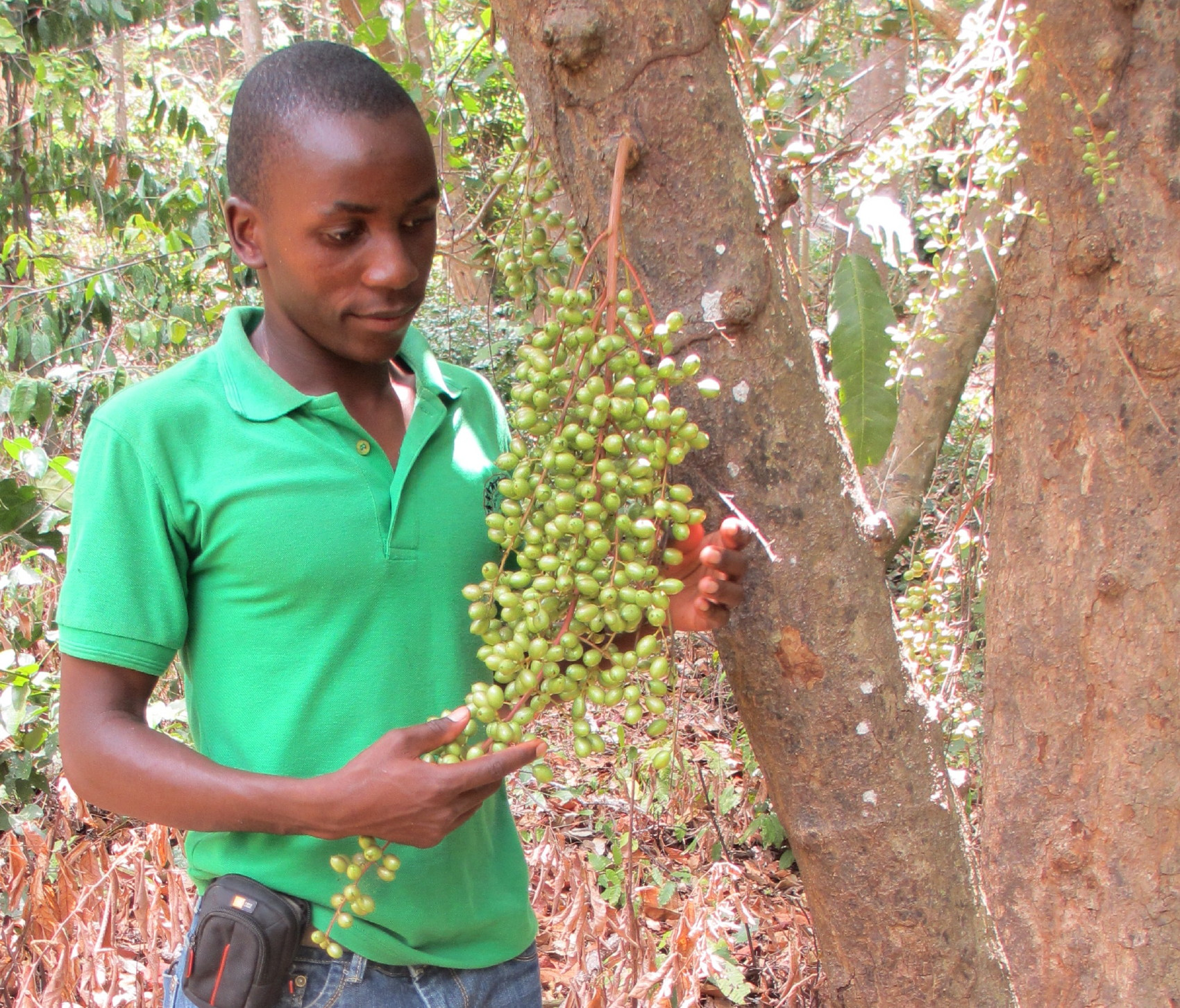
Sorindeia madagascariensis
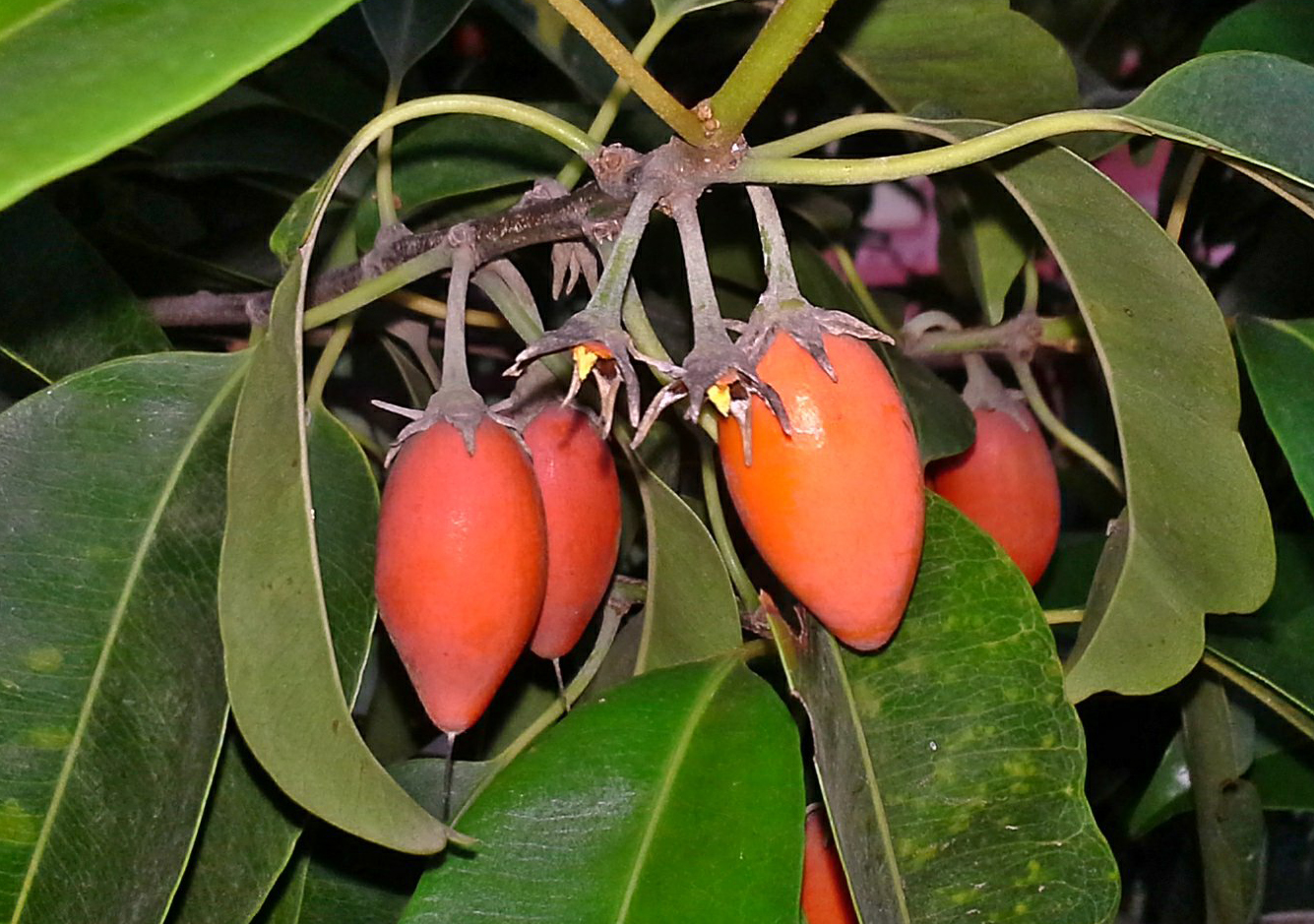
Spanische Kirsche
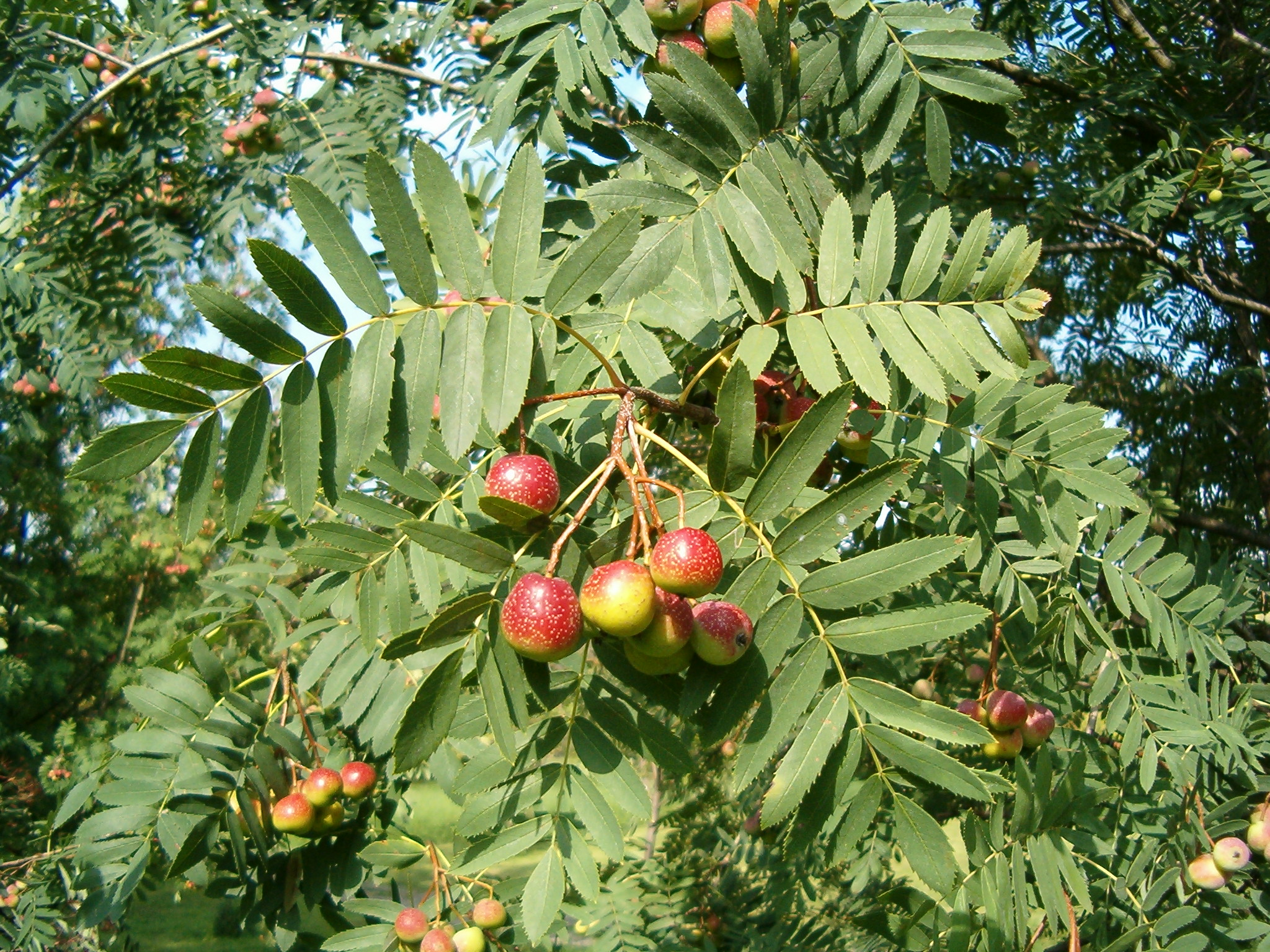
Speierling
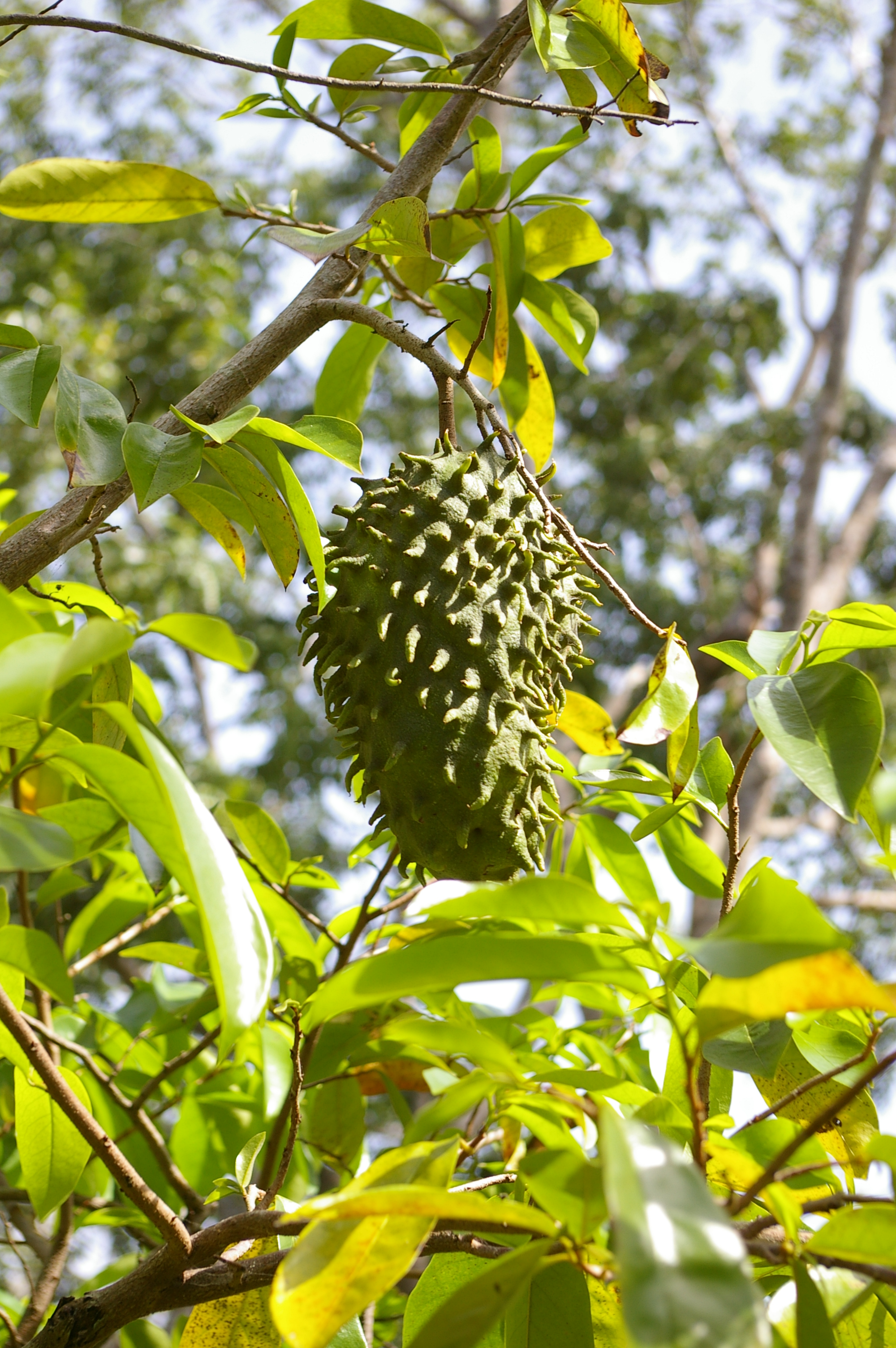
Stachelannone
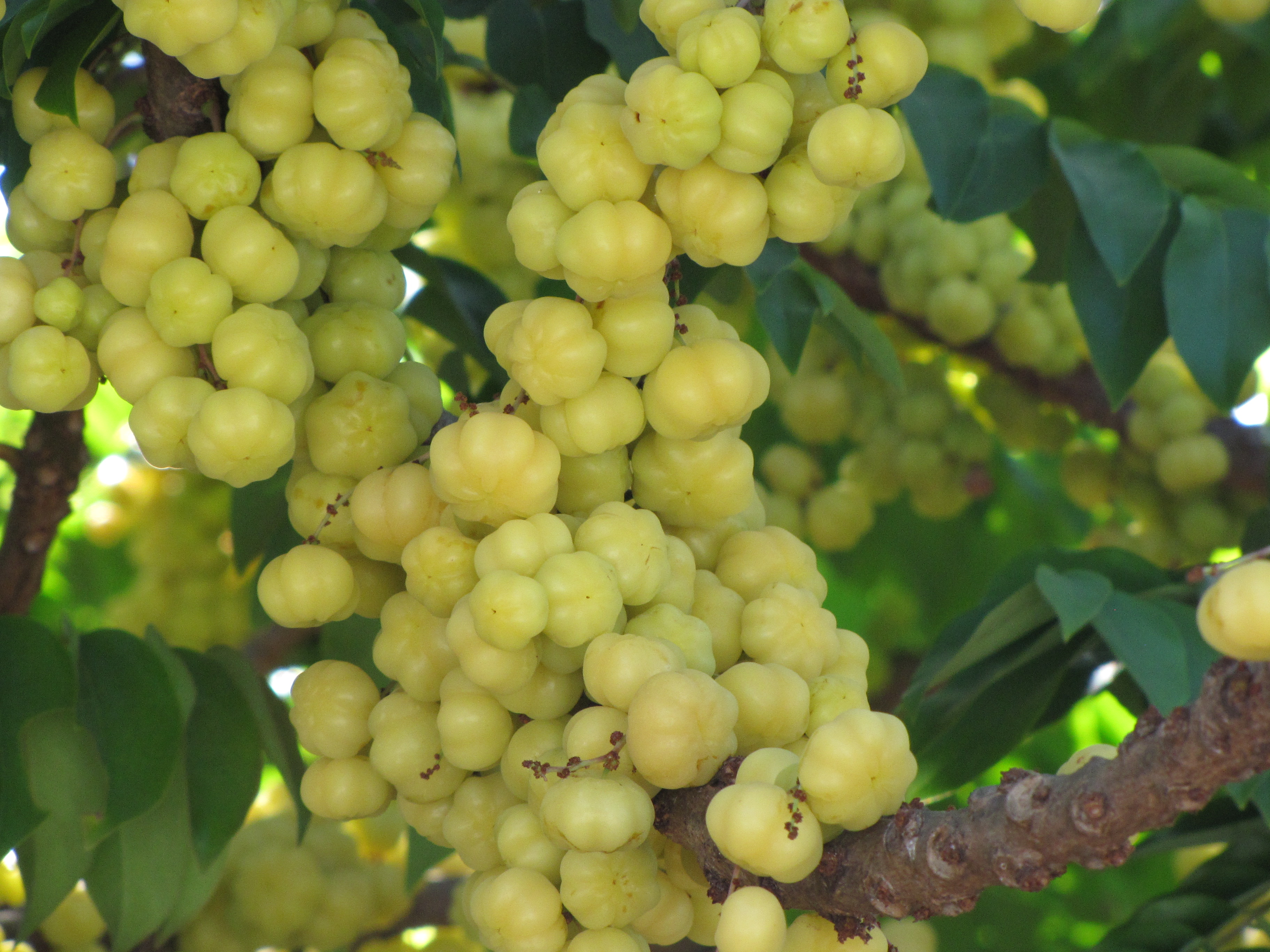
Stachelbeerbaum (Grosella, Sapra)
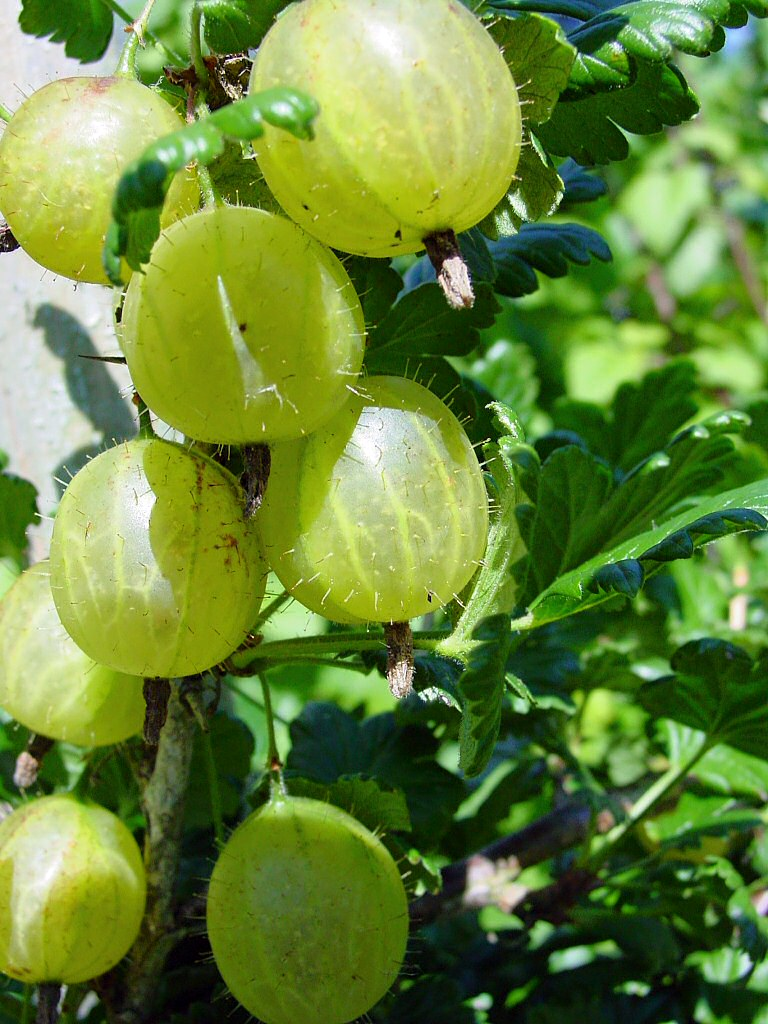
Stachelbeere
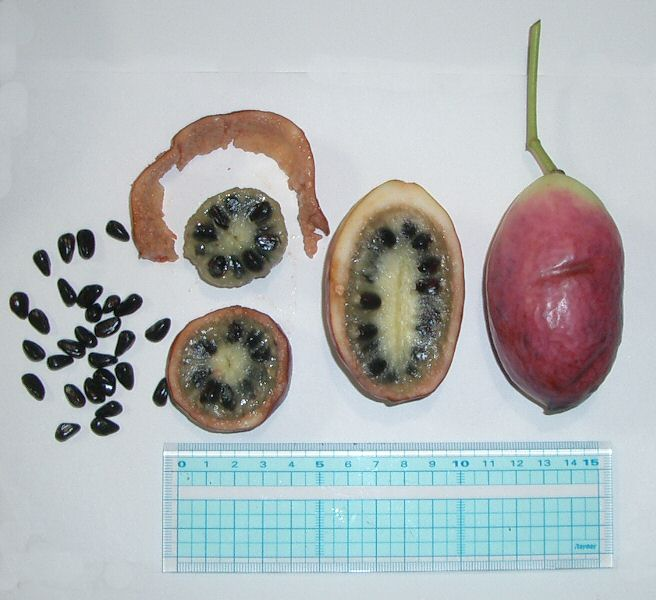
Stauntonia hexaphylla (Mube)
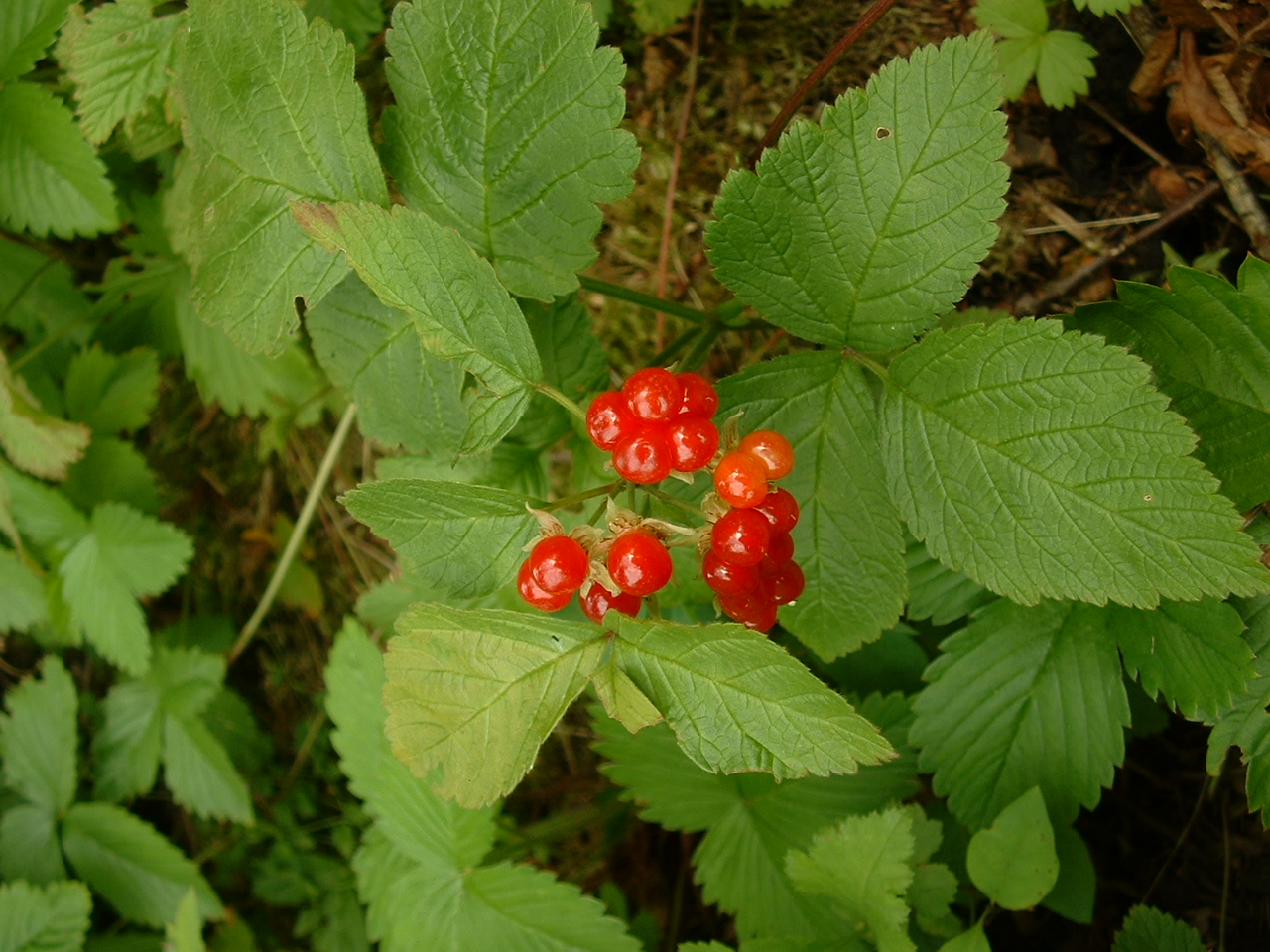
Steinbeere
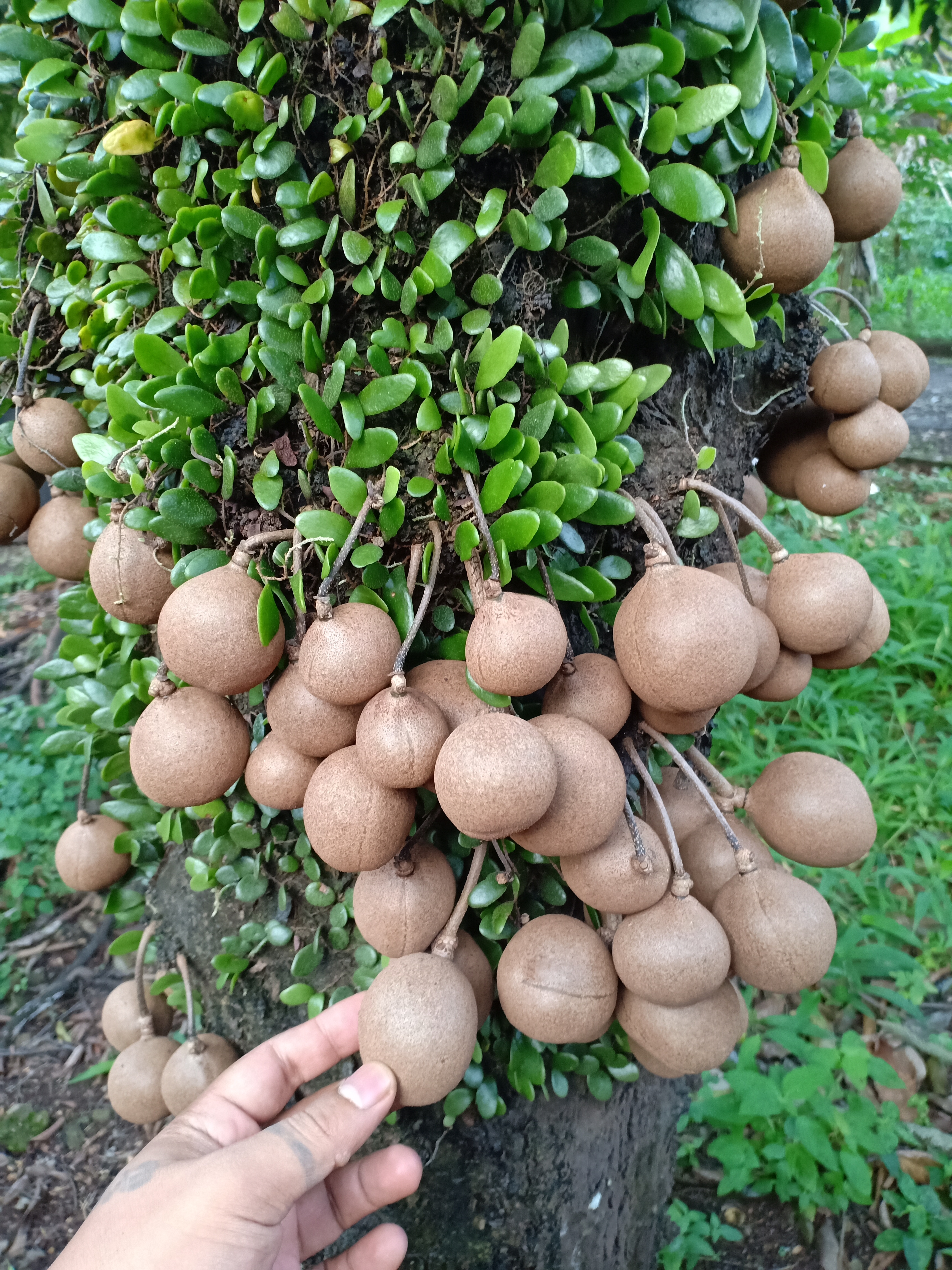
Stelechocarpus burahol
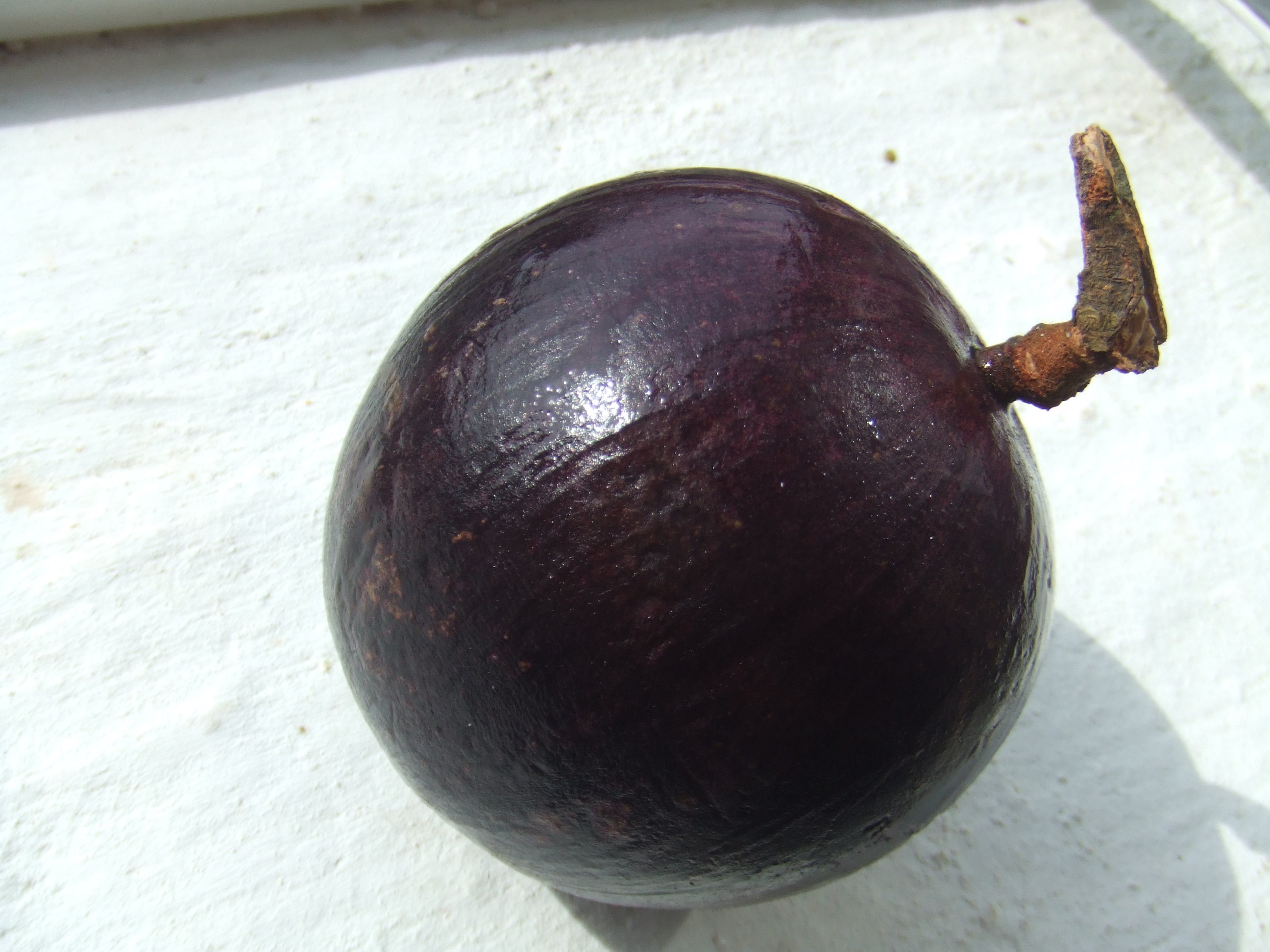
Sternapfel
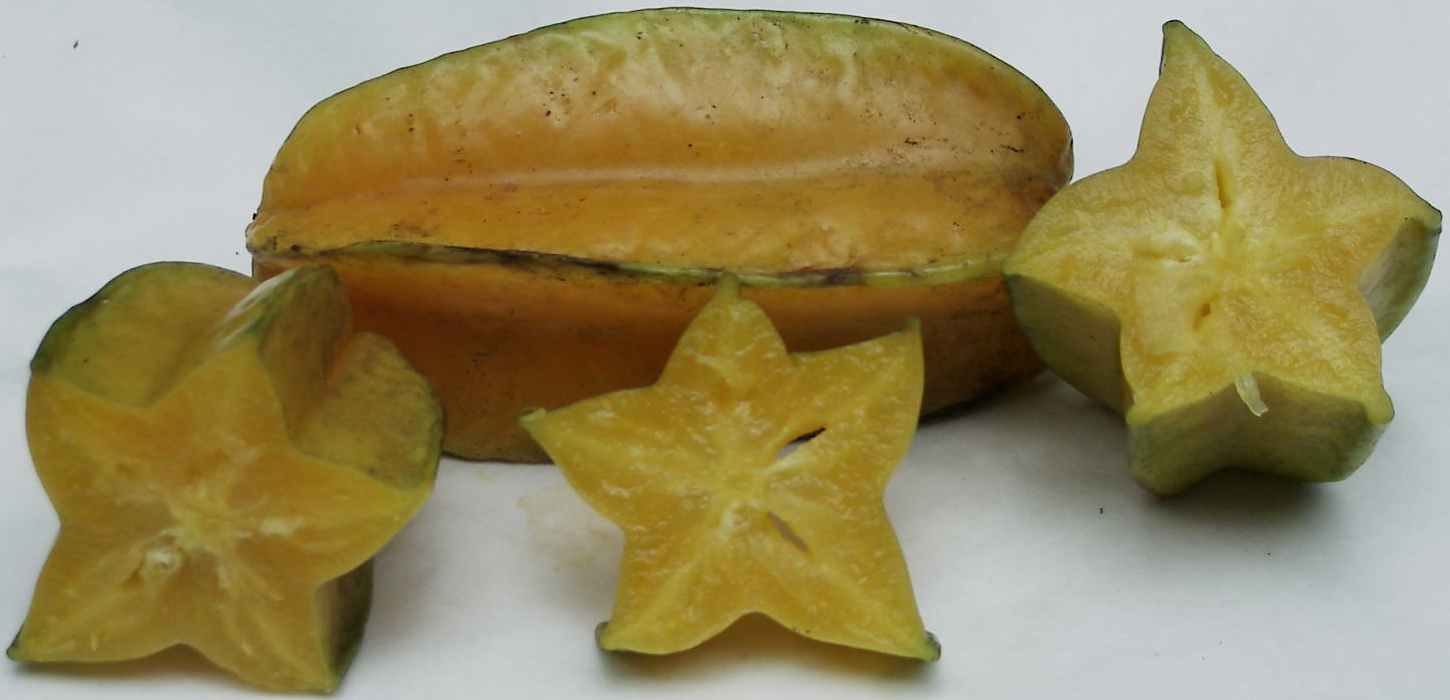
Sternfrucht
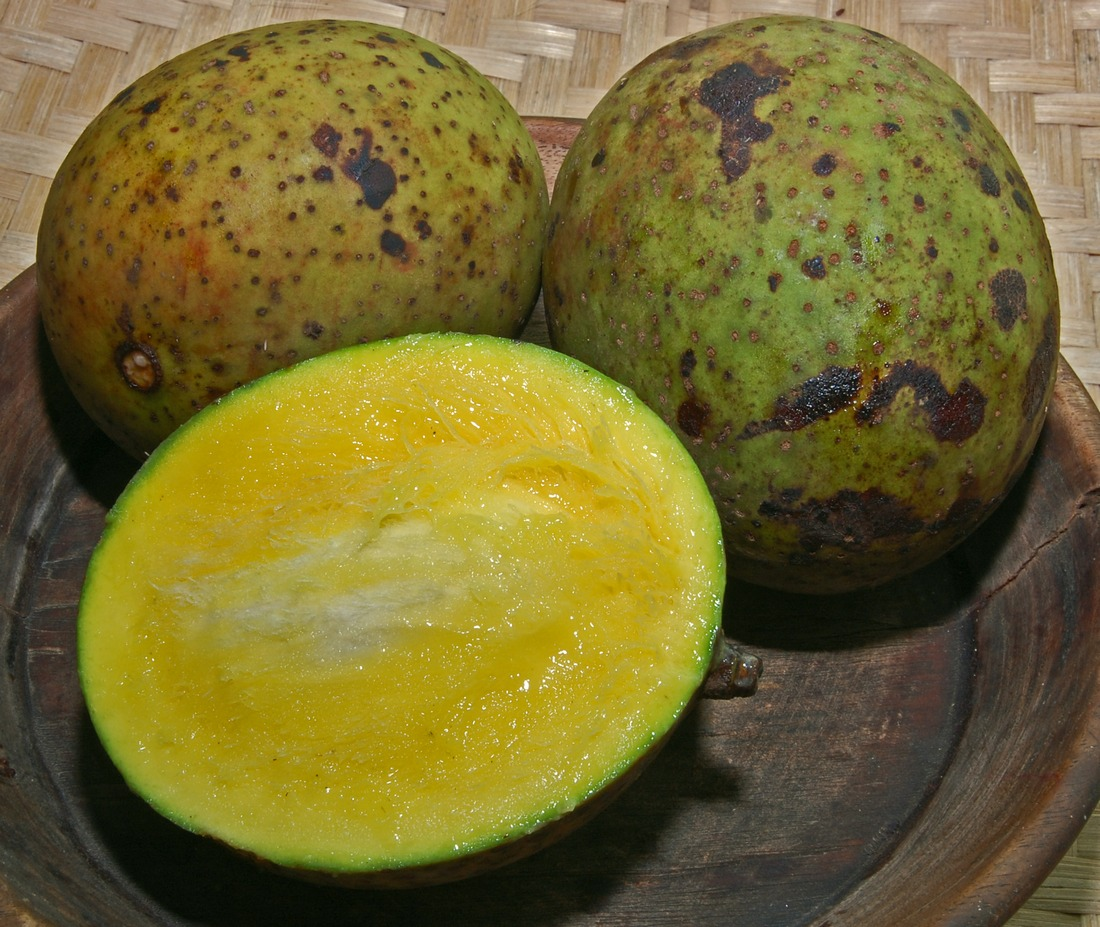
Stinkende Mango
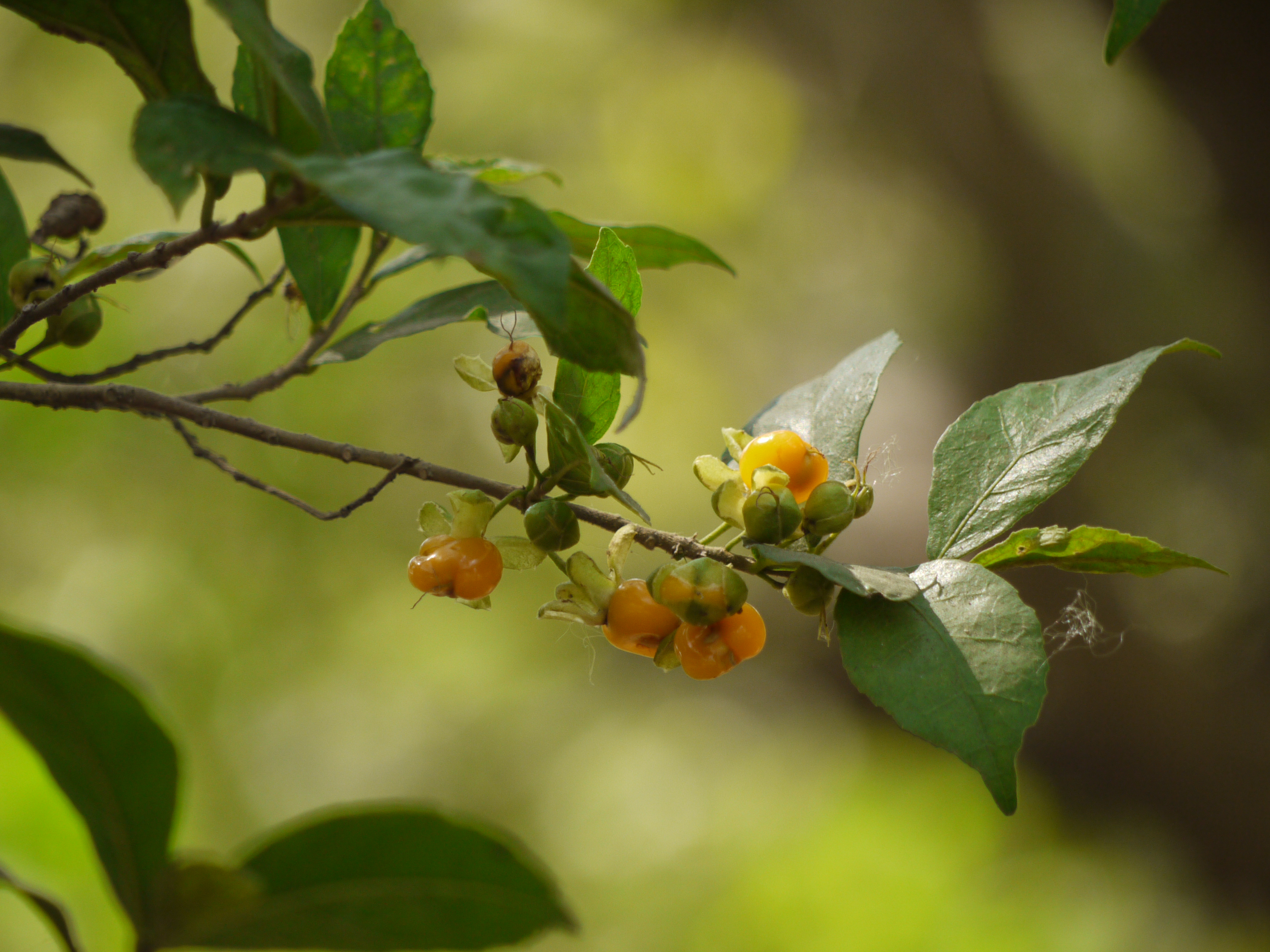
Streblus asper
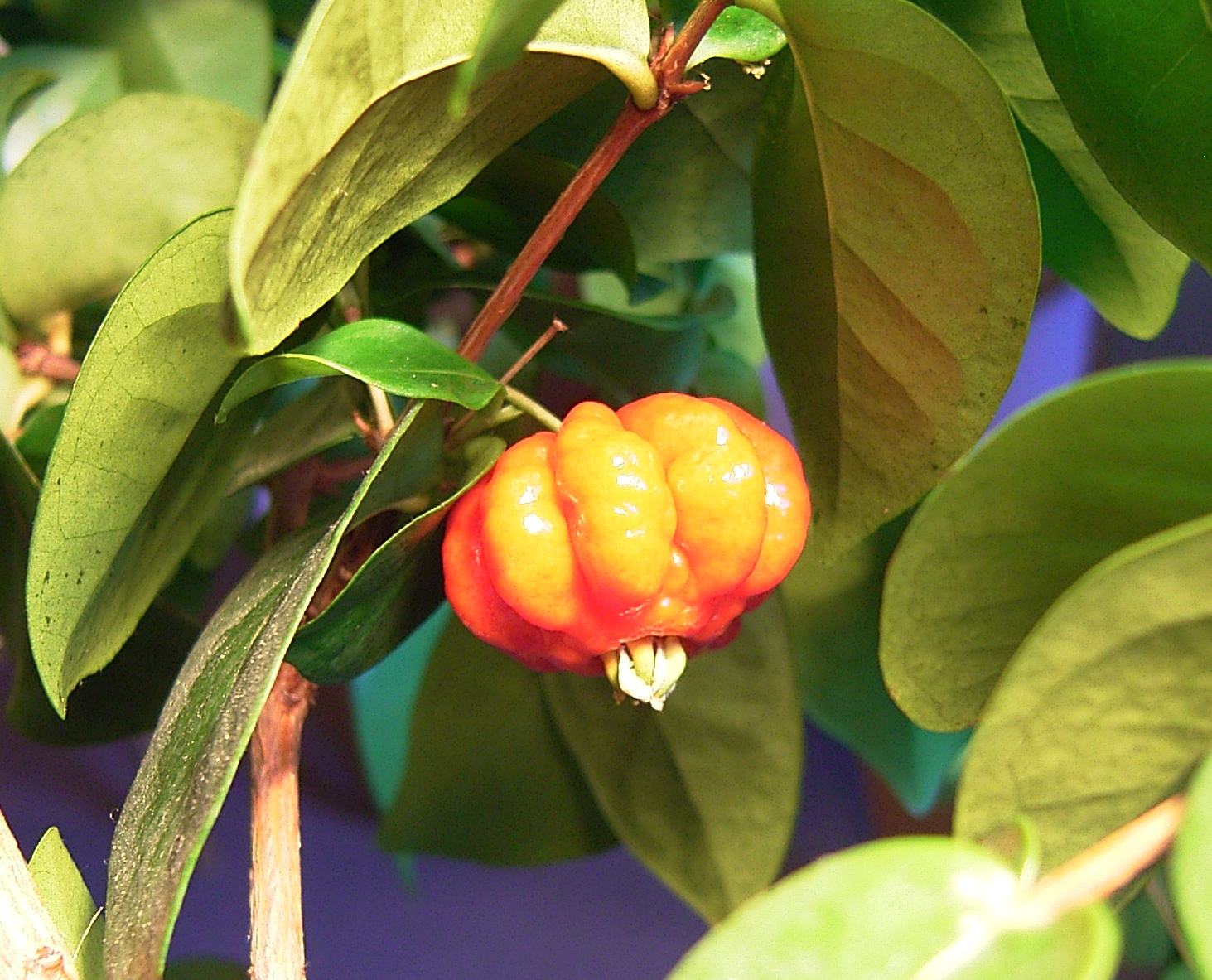
Surinamkirsche
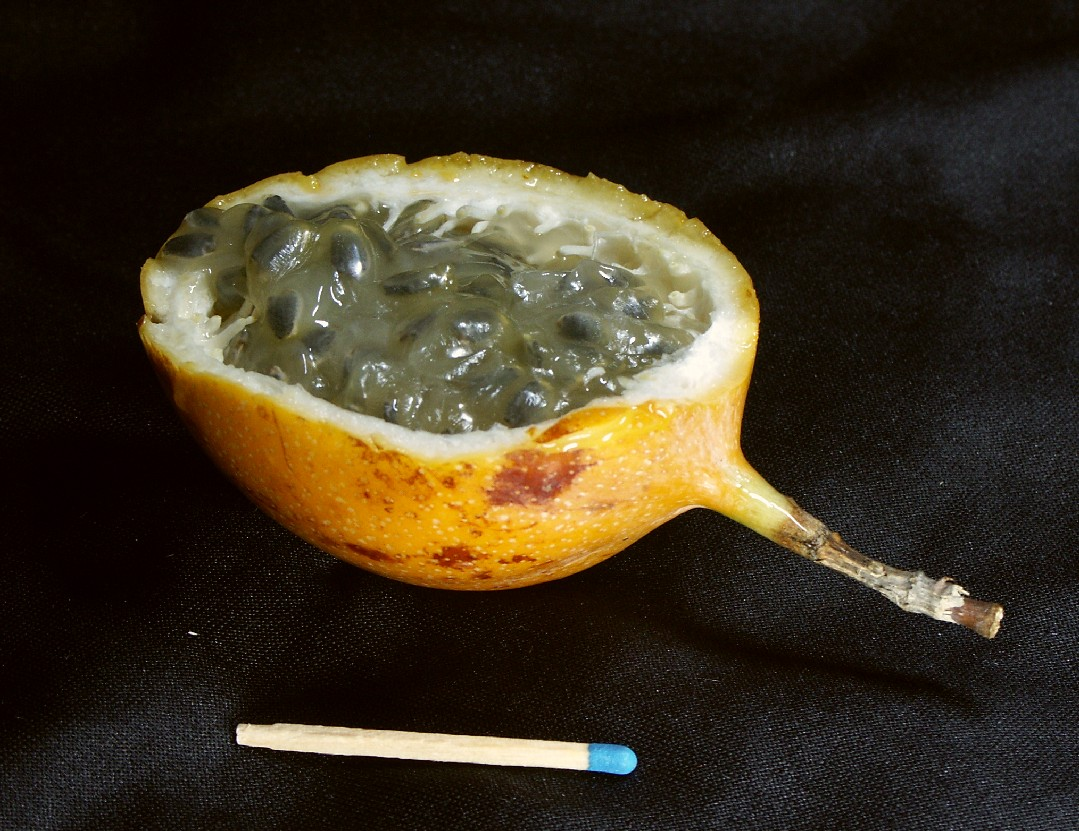
Süße Granadilla
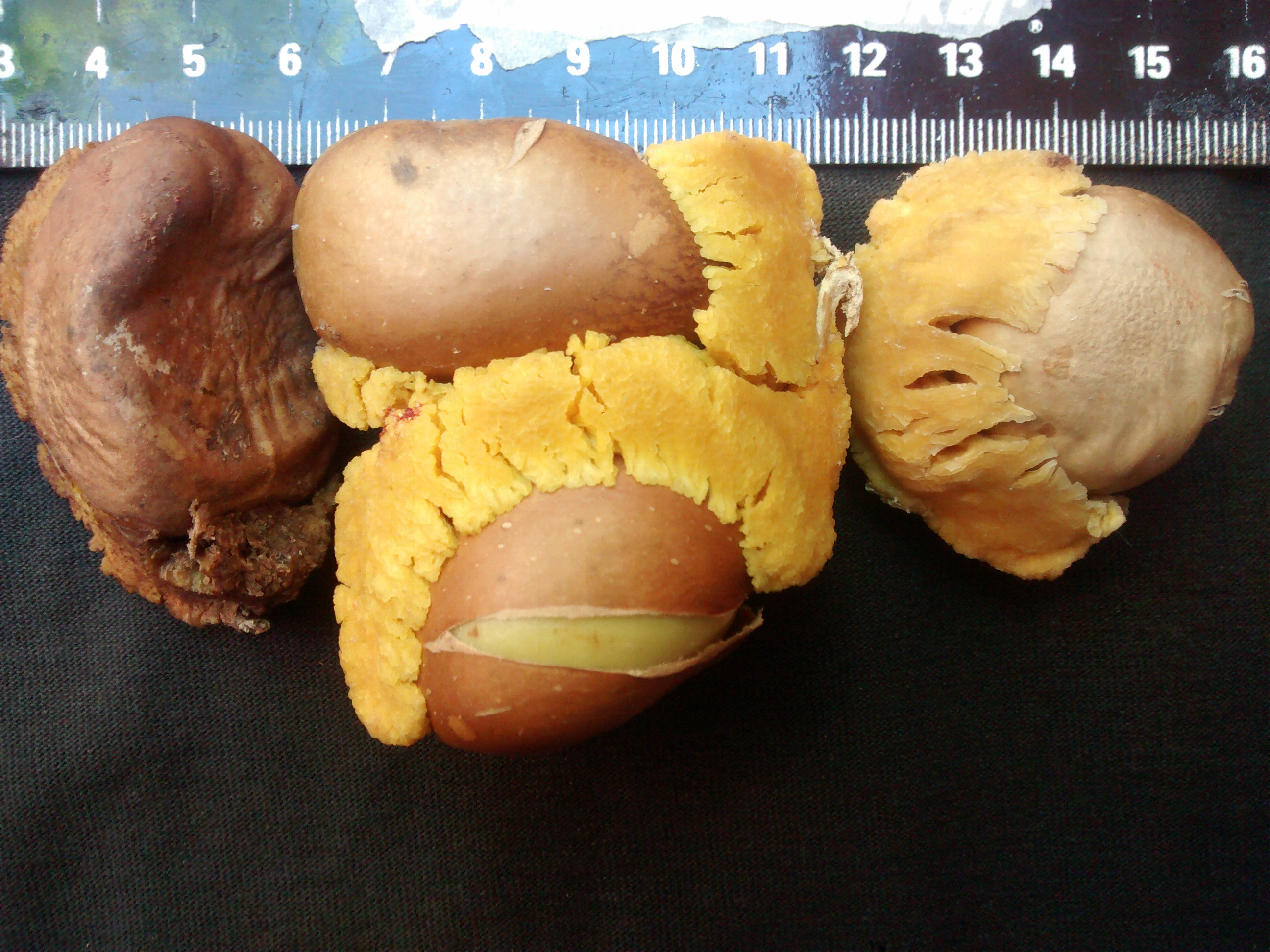
Swartzia langsdorffii (Arillus)
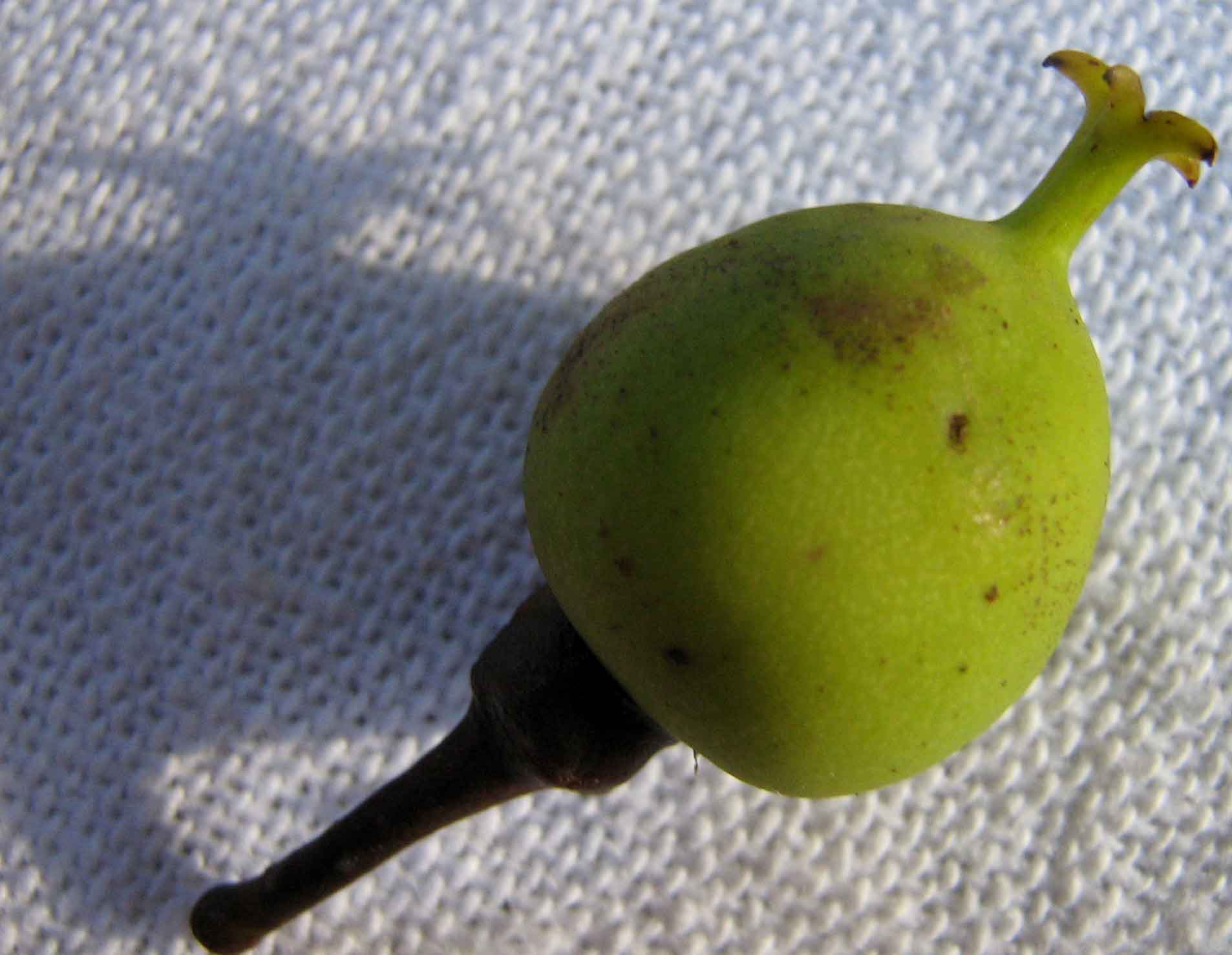
Symphonia globulifera
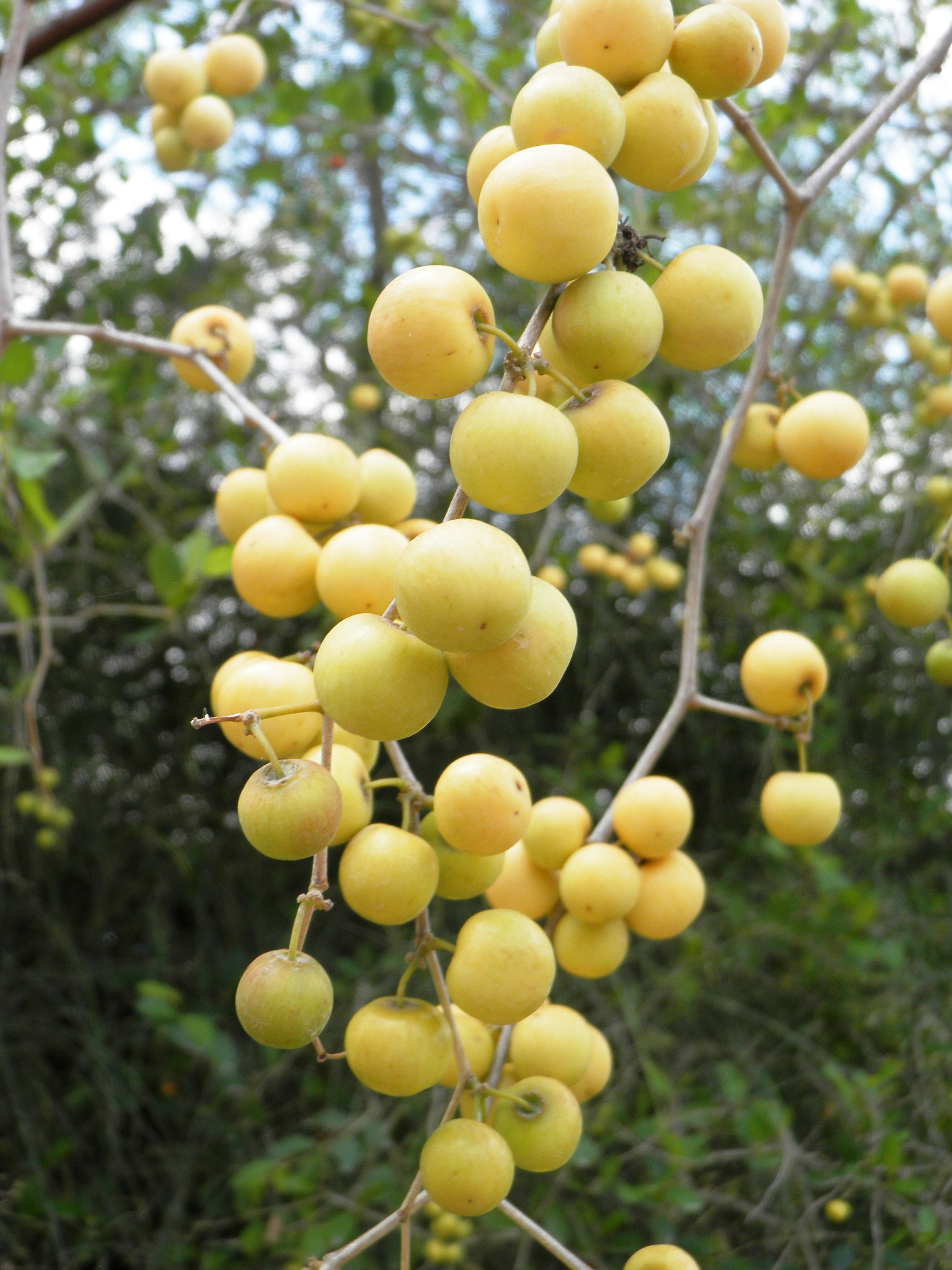
Syrischer Christusdorn
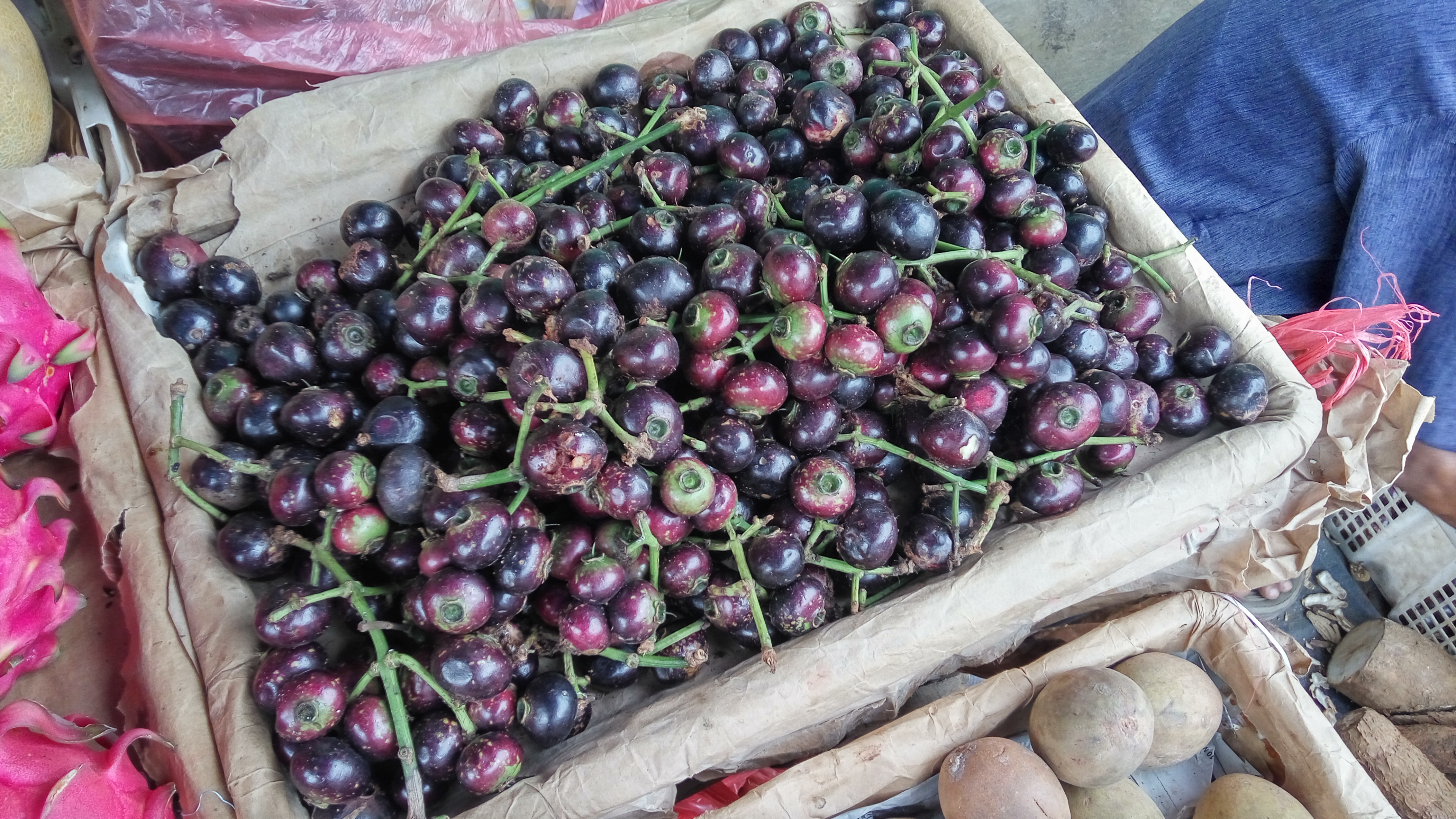
Syzygium polycephalum
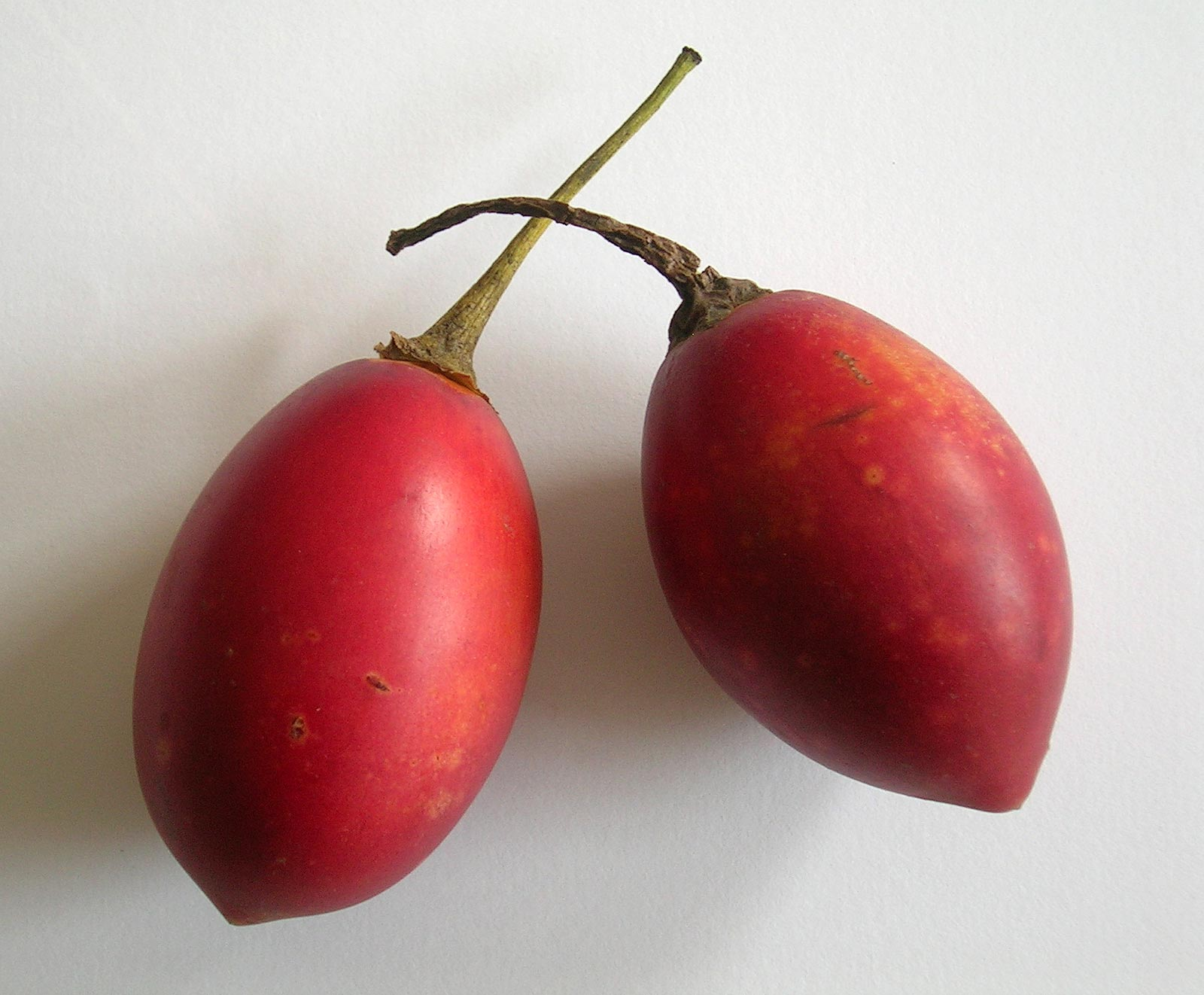
Tamarillo (Baumtomate)
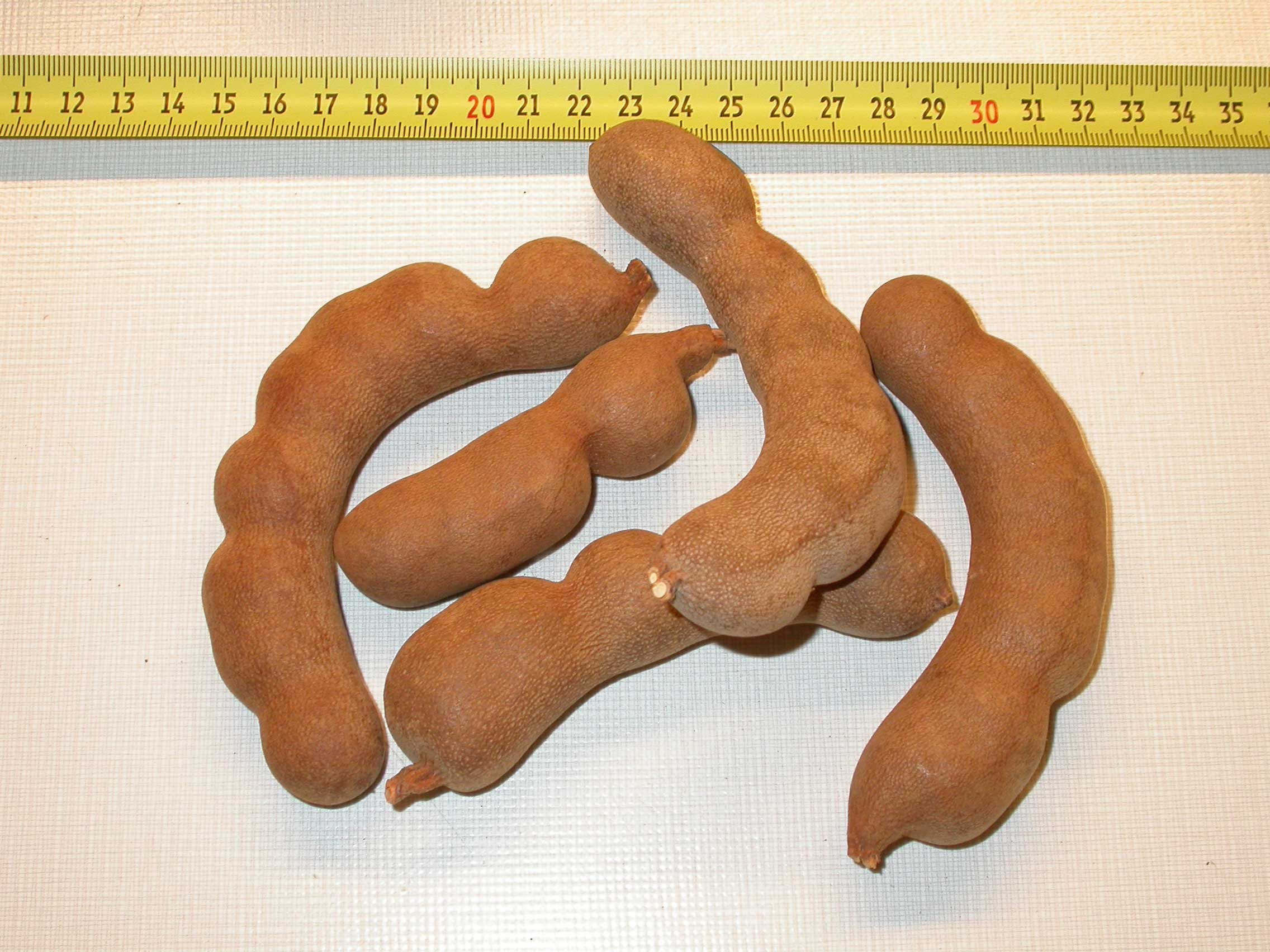
Tamarinde
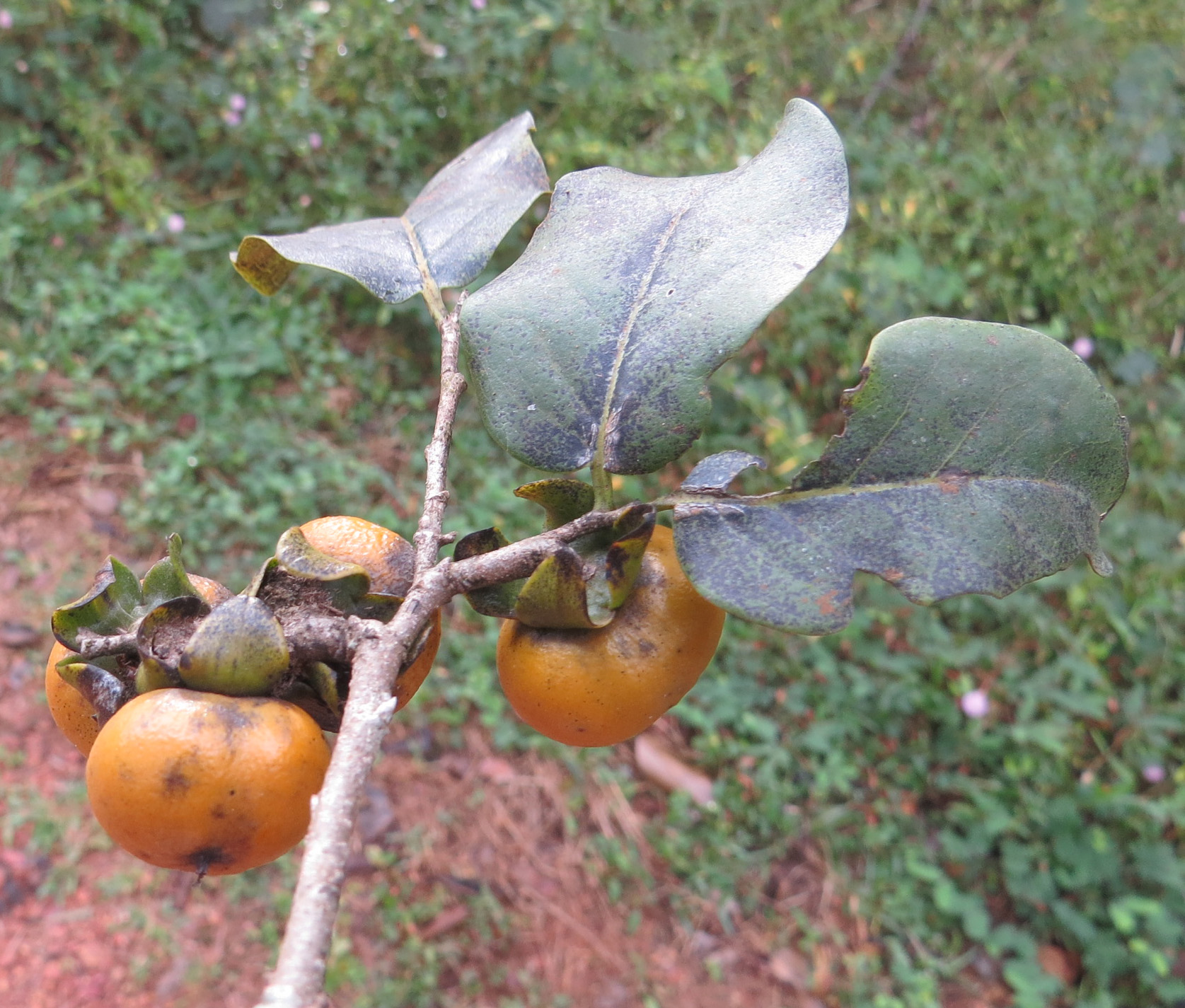
Tandam
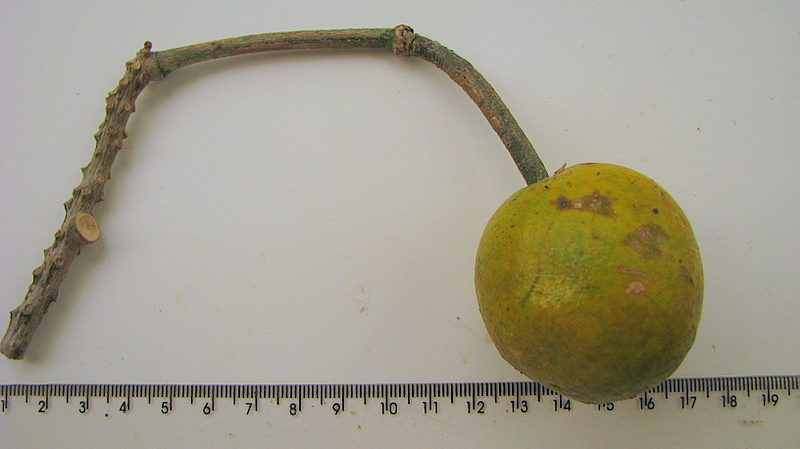
Tapia
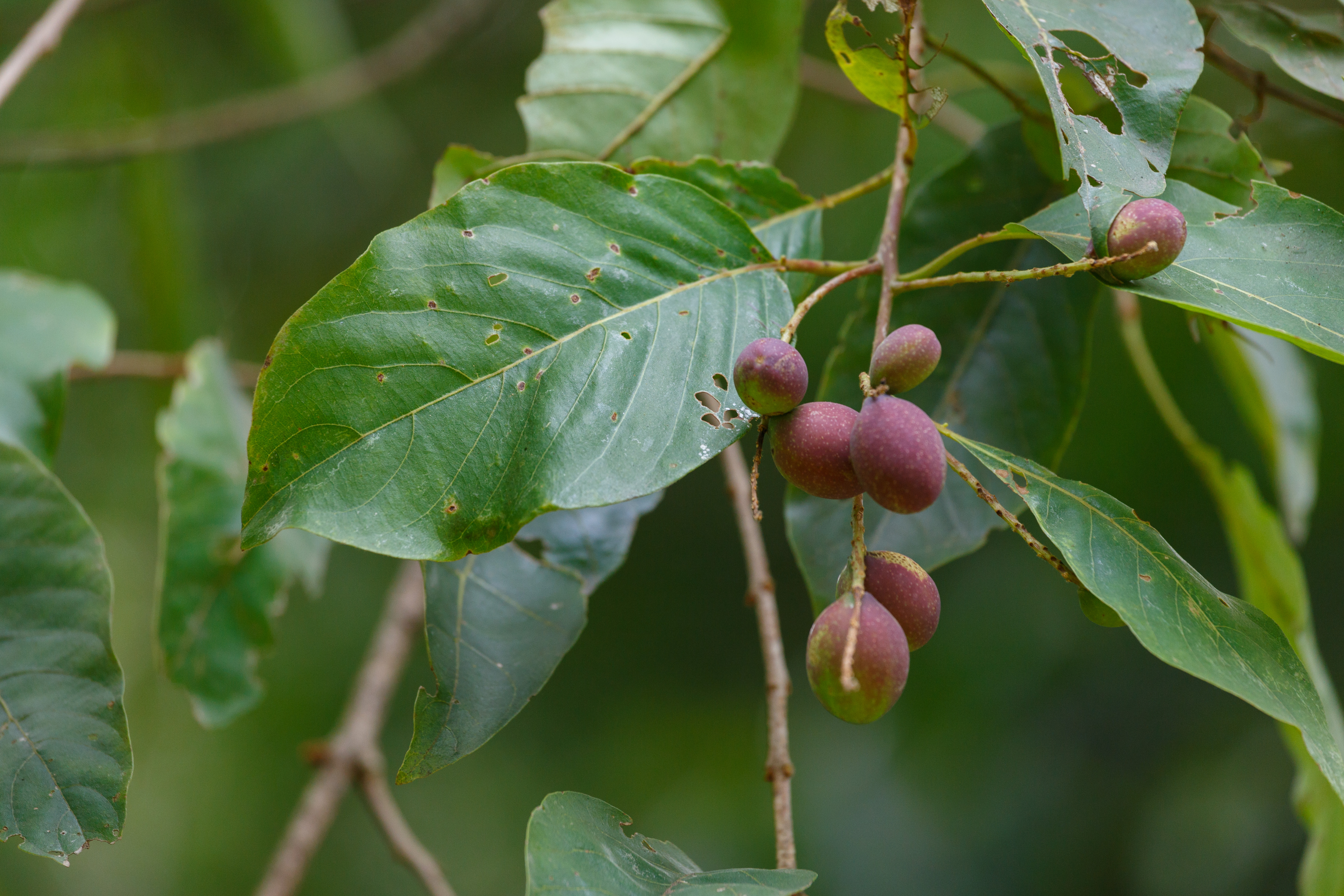
Terminalia chebula
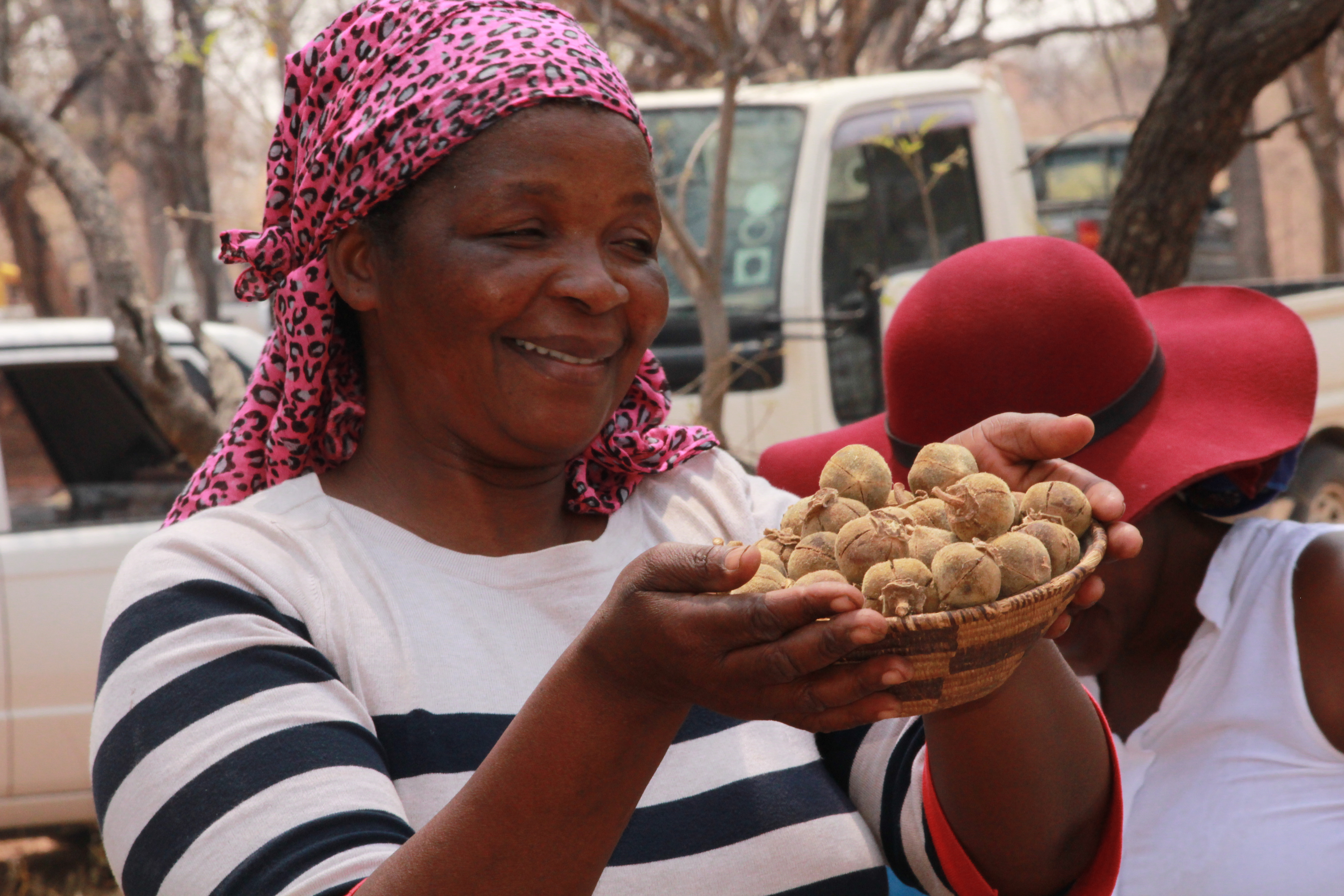
Thespesia garckeana
Tindola (Scharlachranke) (unreif auch als Gemüse oder Salat)
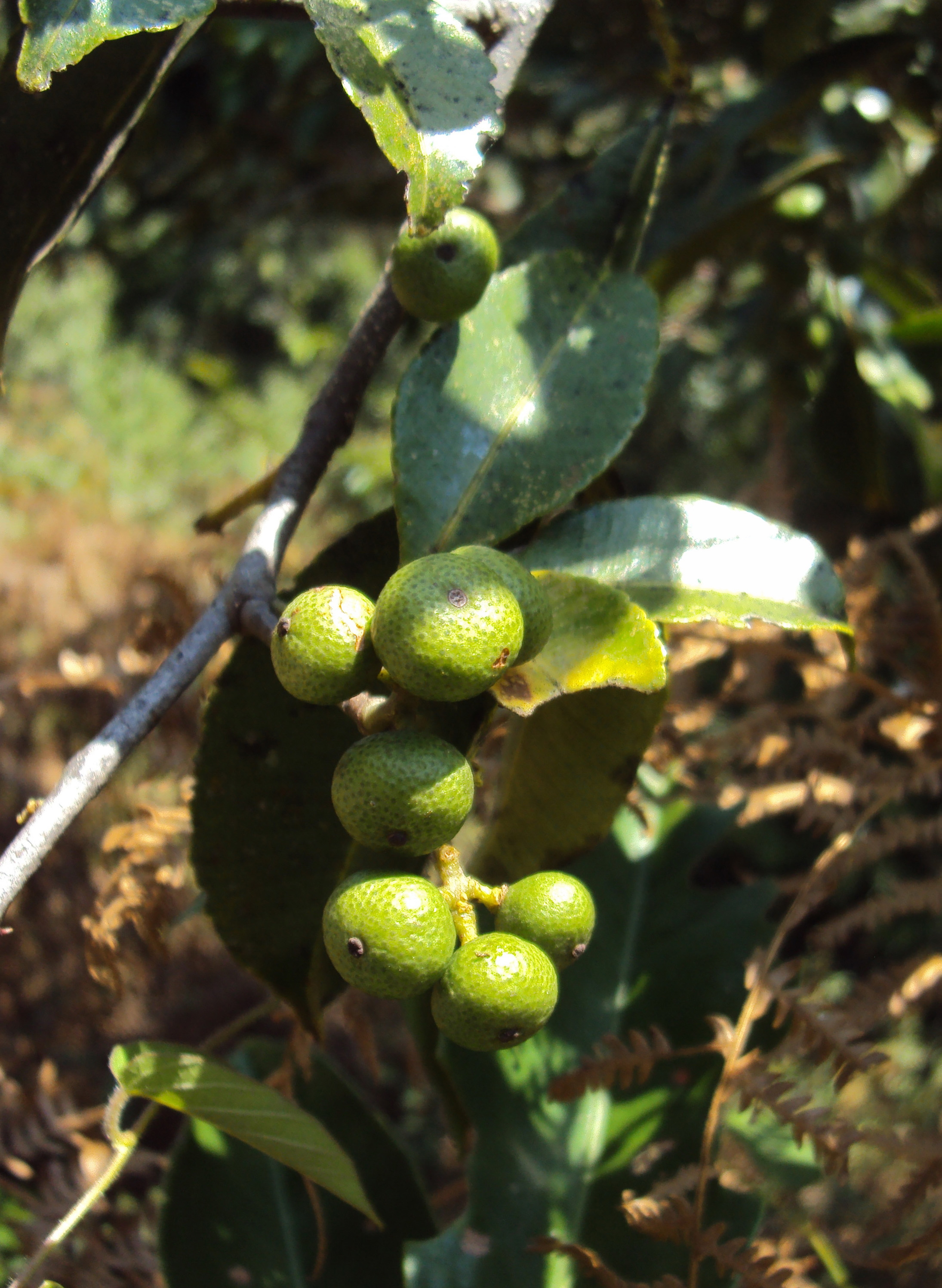
Toddalia asiatica
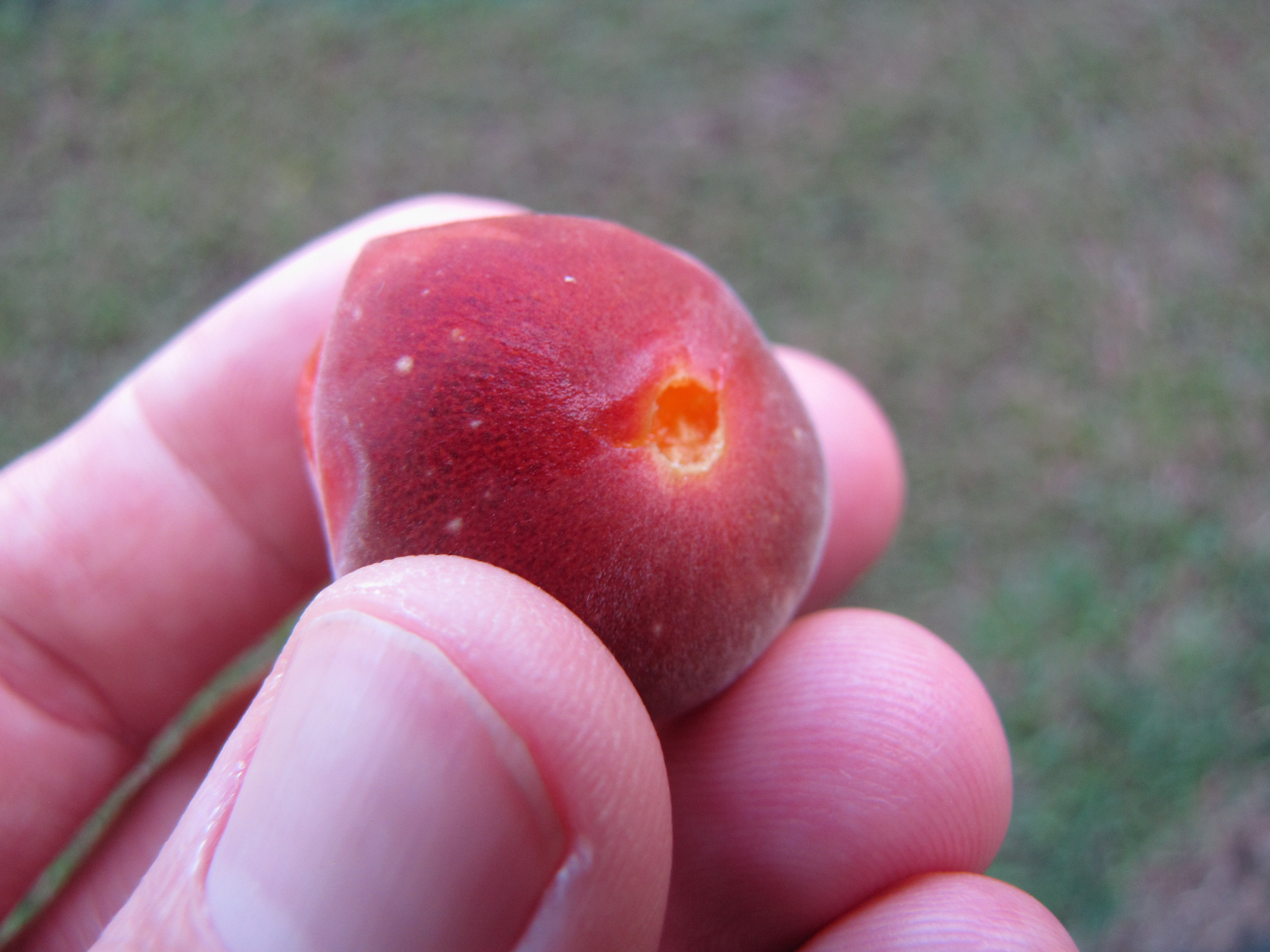
Tropische Aprikose, Ketcot (Dovyalis abyssinica × Dovyalis hebecarpa)
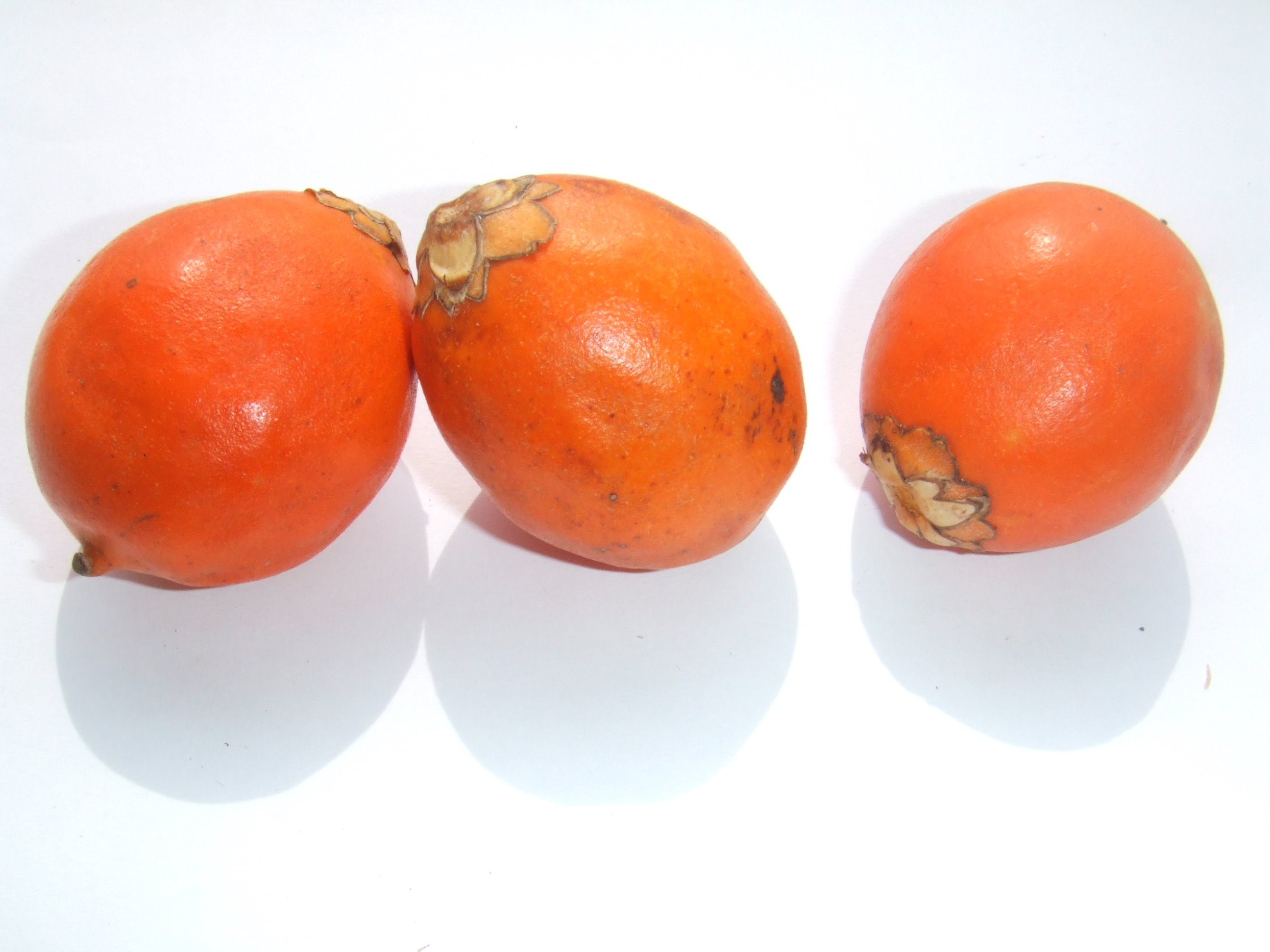
Tucuma (ähnlich sind Astrocaryum aculeatum und Astrocaryum murumuru)
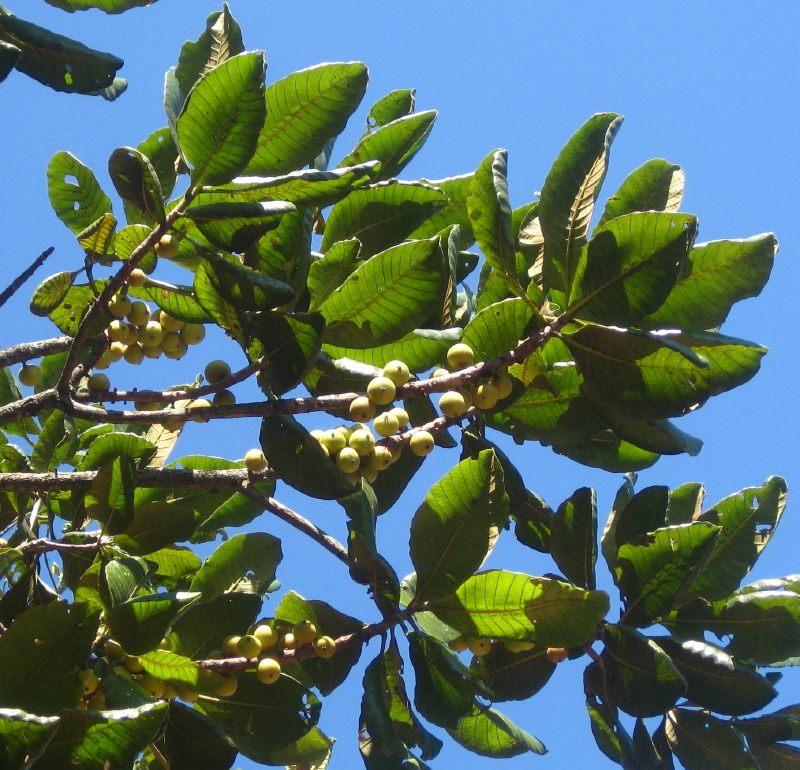
Uapaca kirkiana (Miombo)
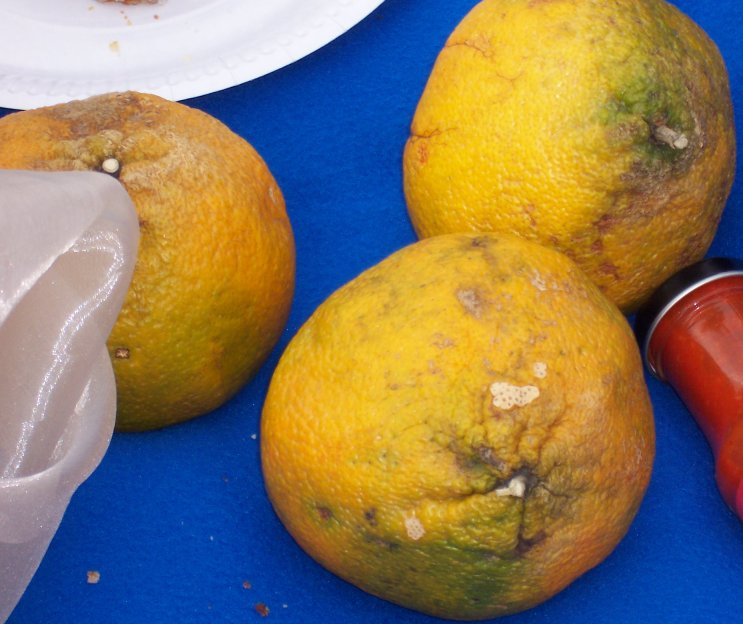
Ugli
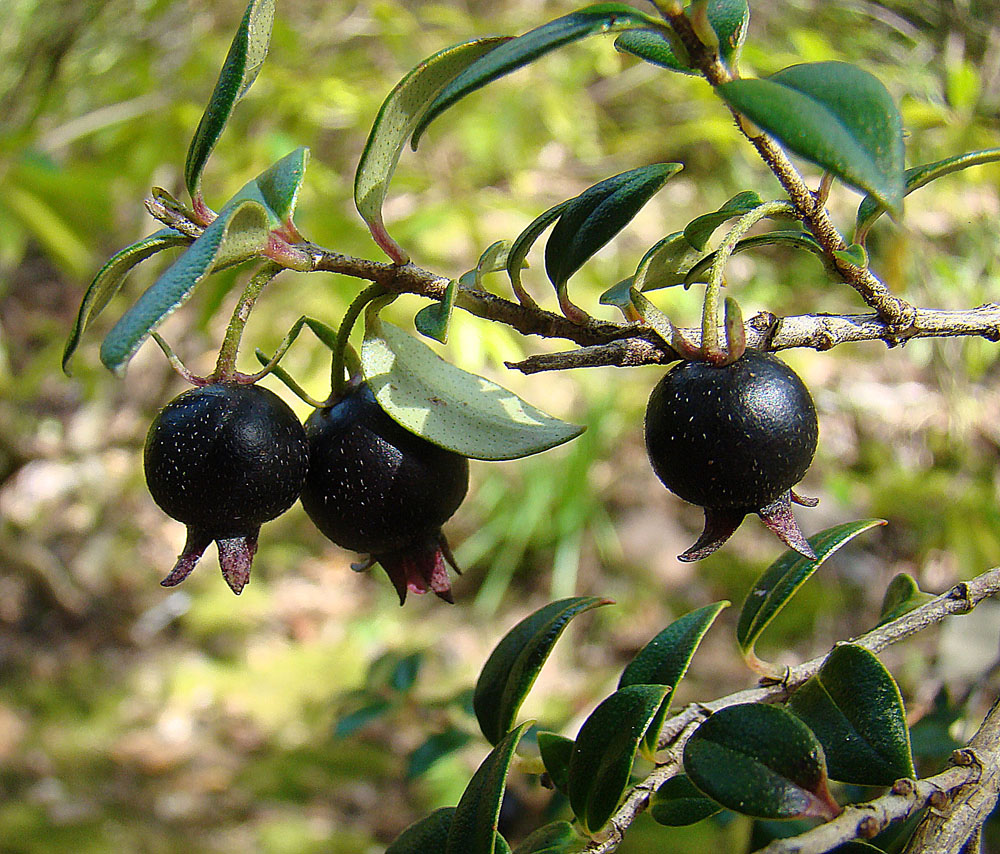
Ugni myricoides
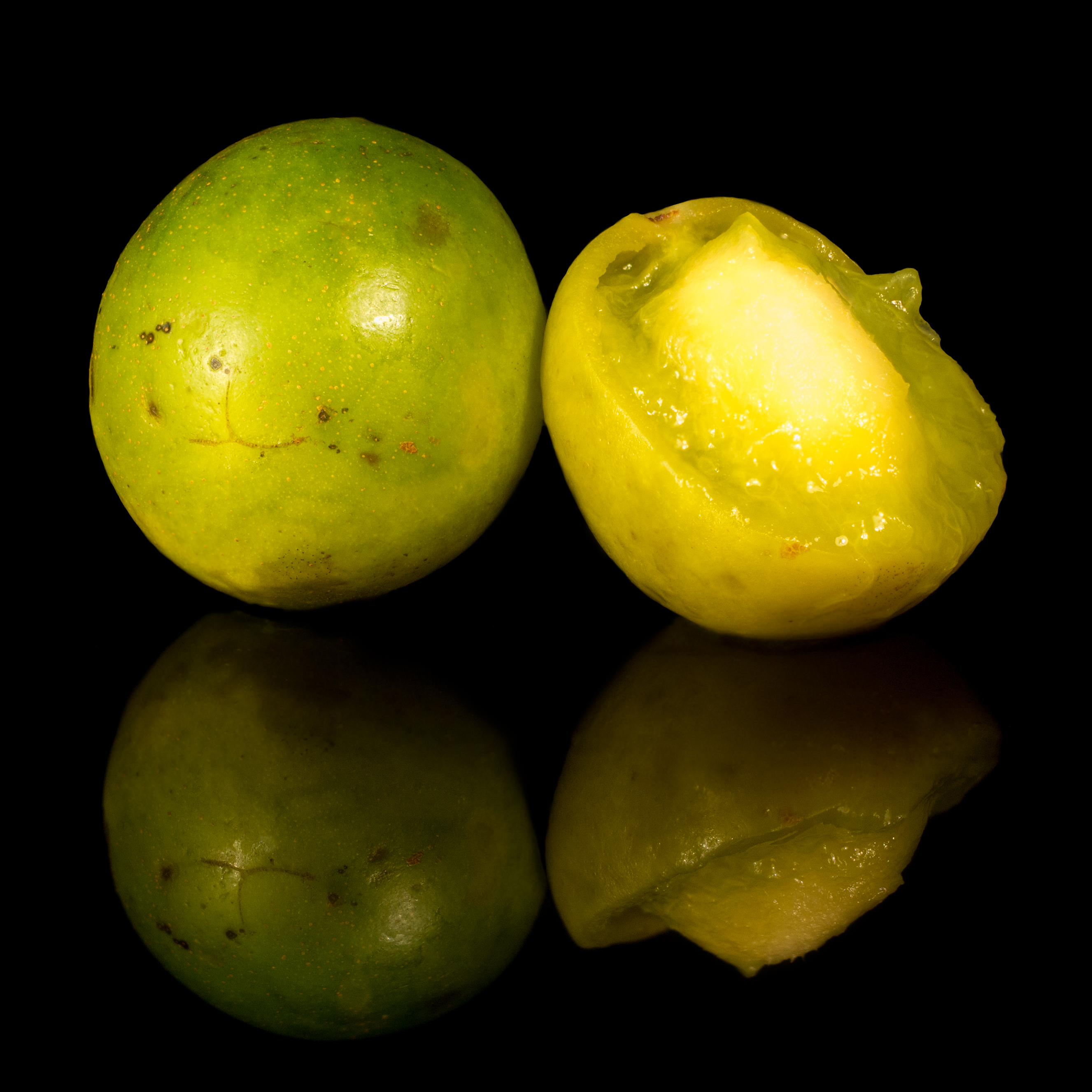
Umbu
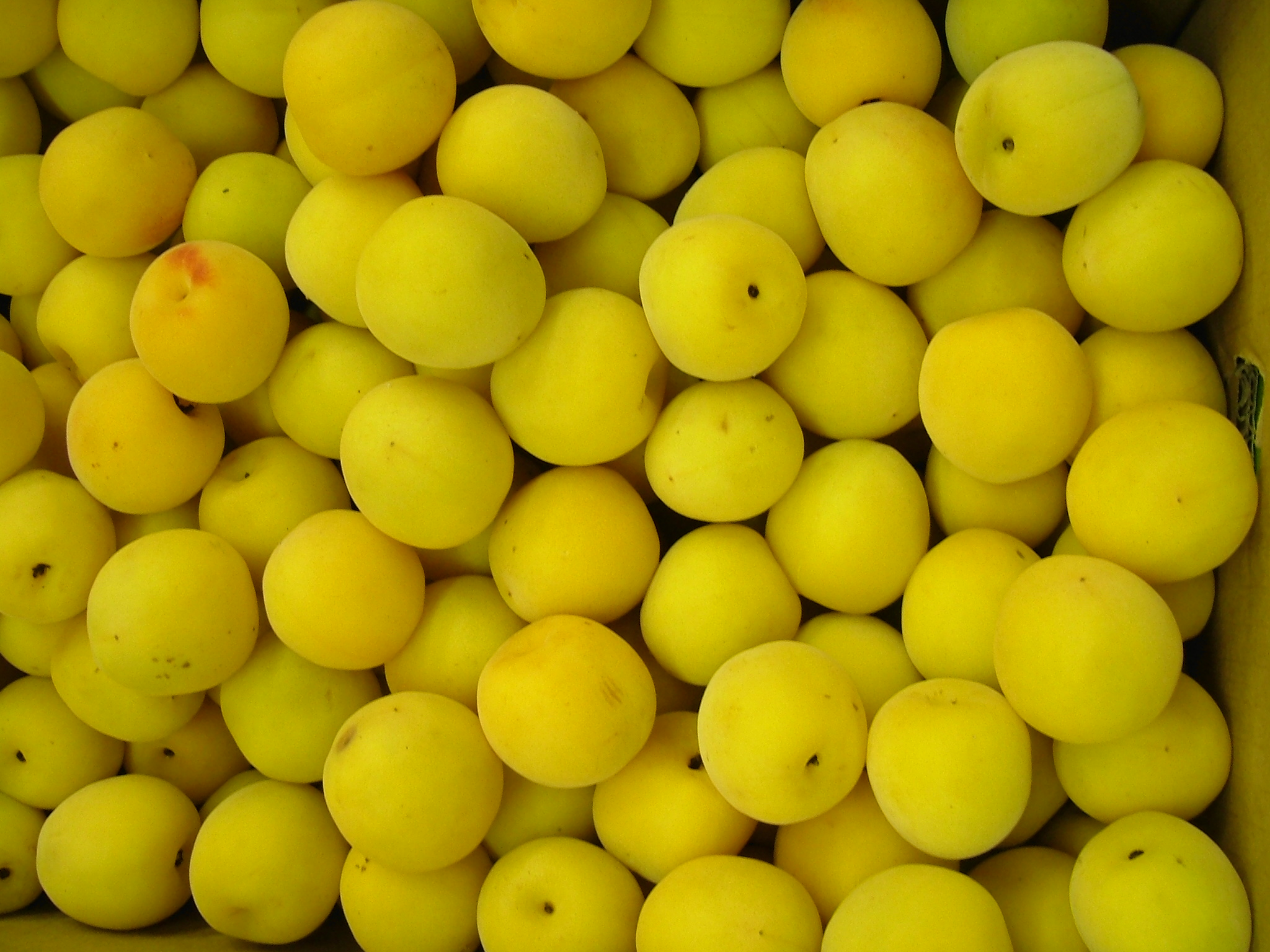
Ume
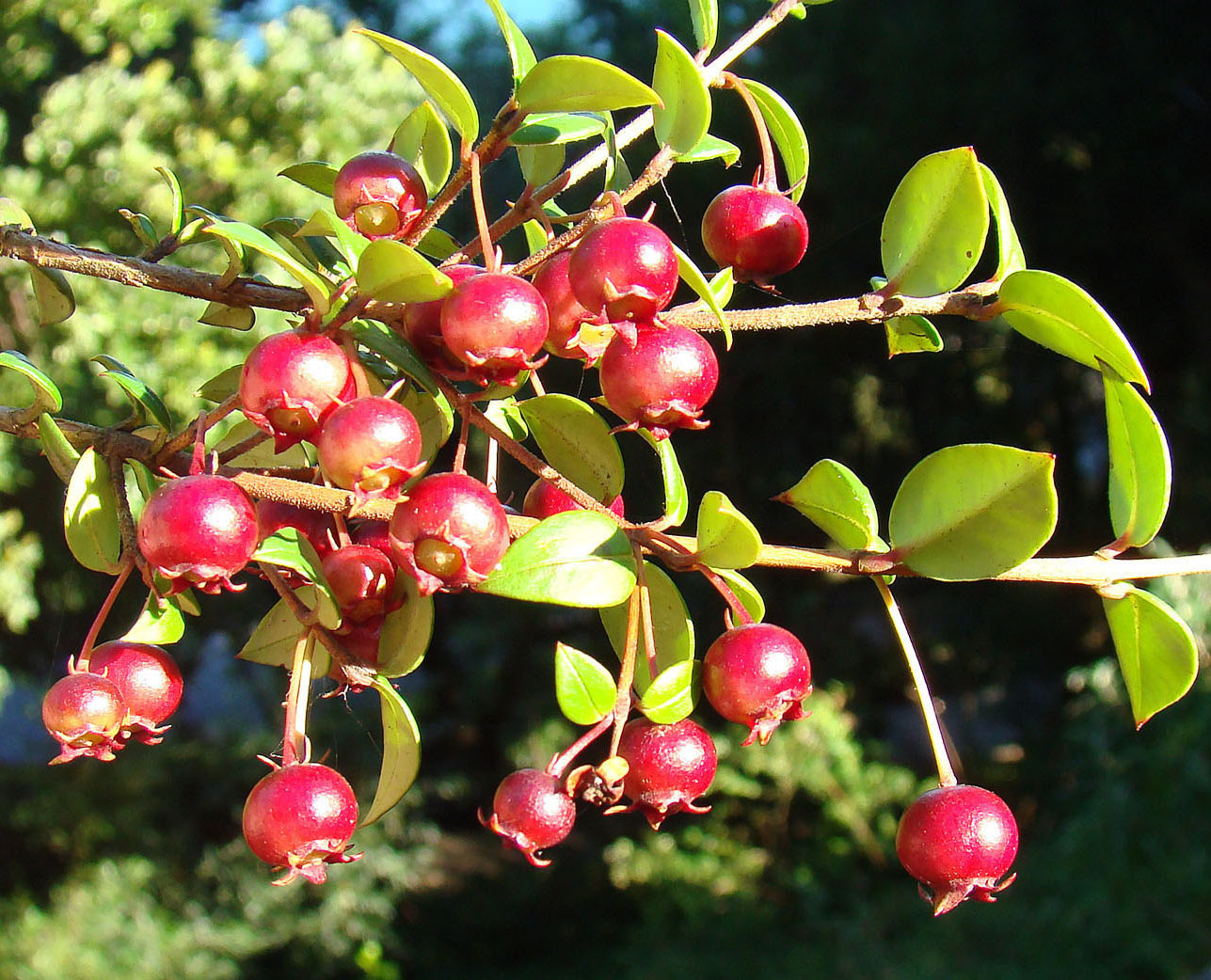
Uni (Murta, Murtilla)
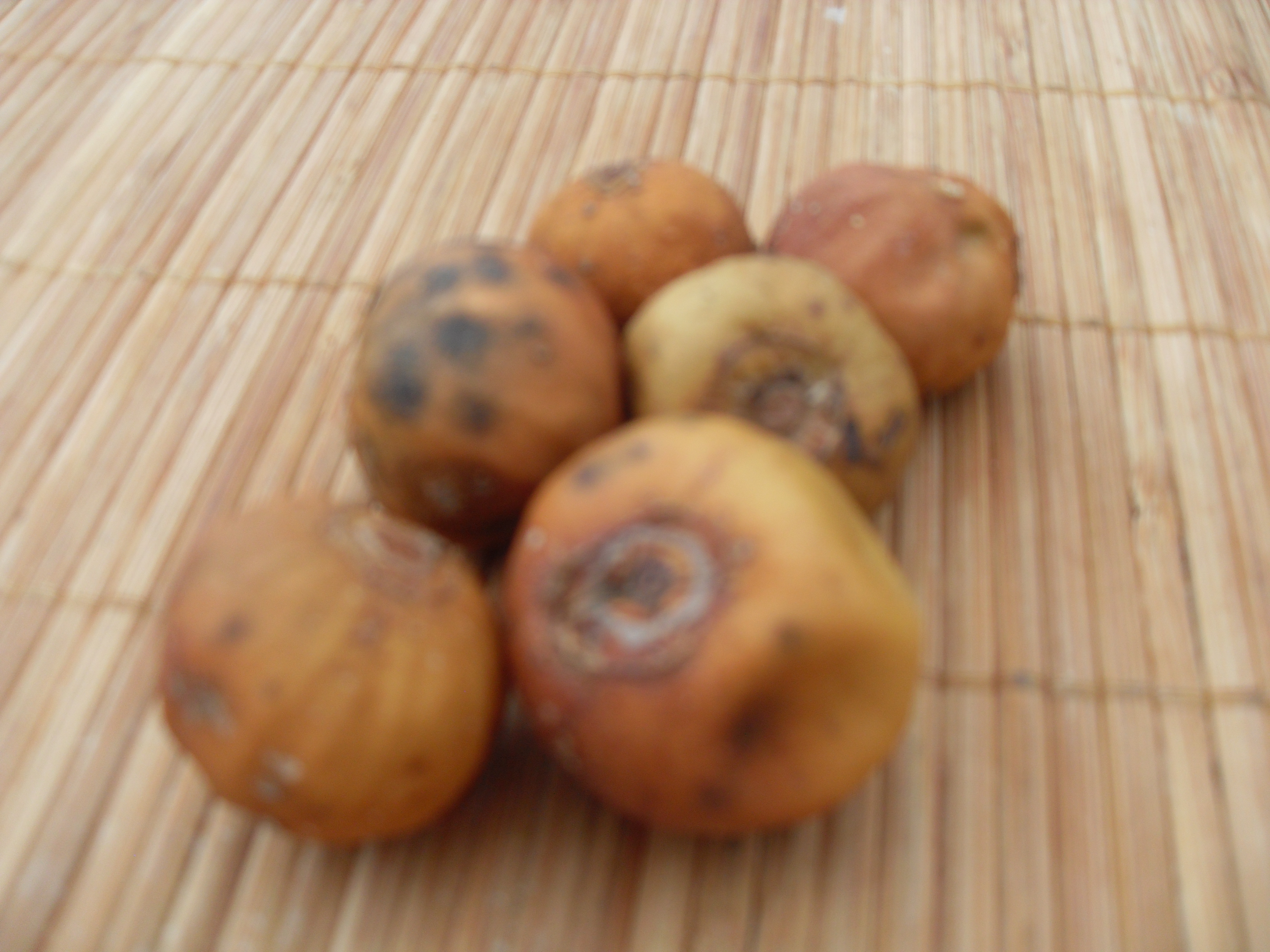
Vangueria madagascariensis (ähnlich ist Vangueria infausta)
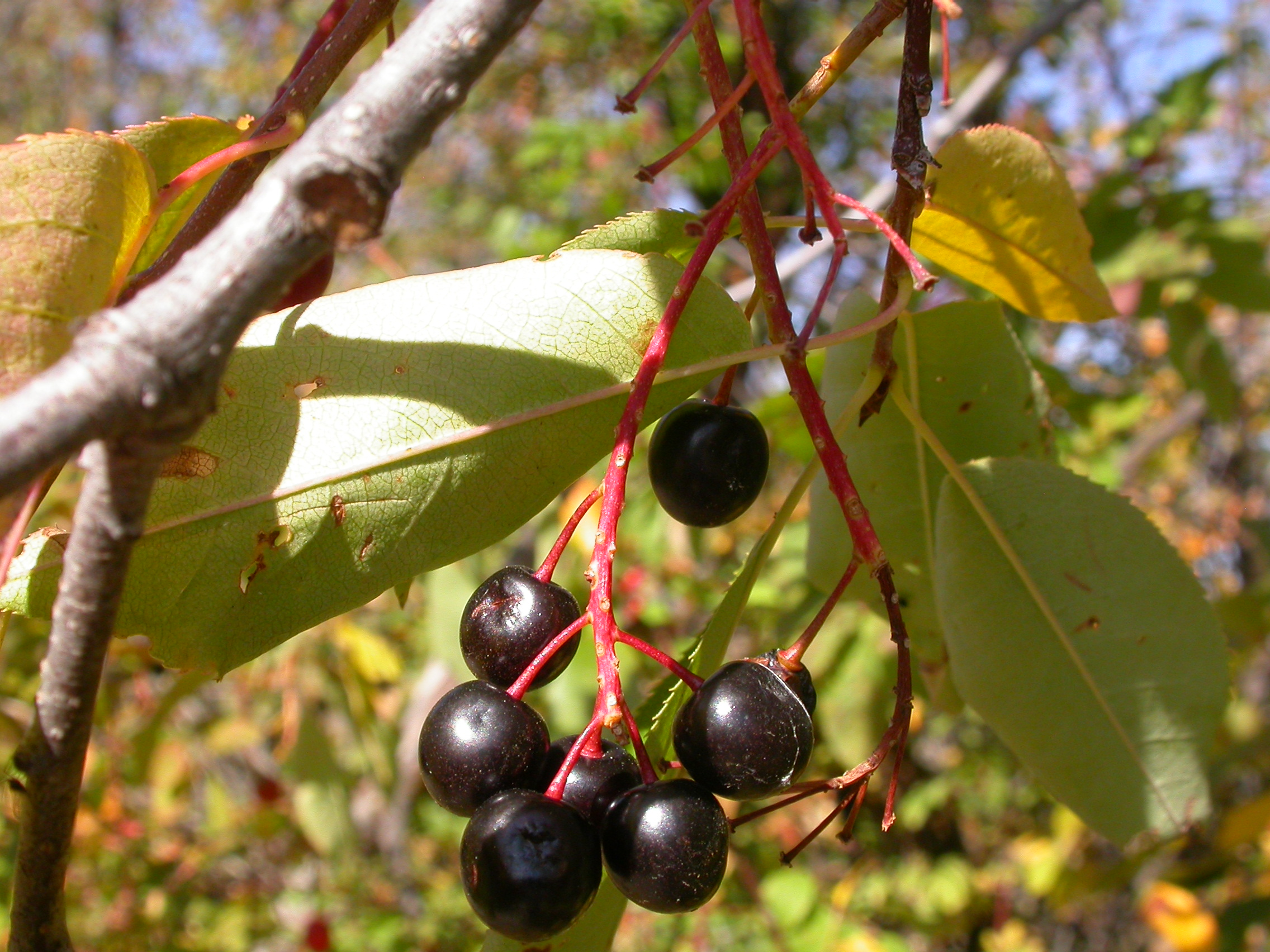
Virginische Traubenkirsche
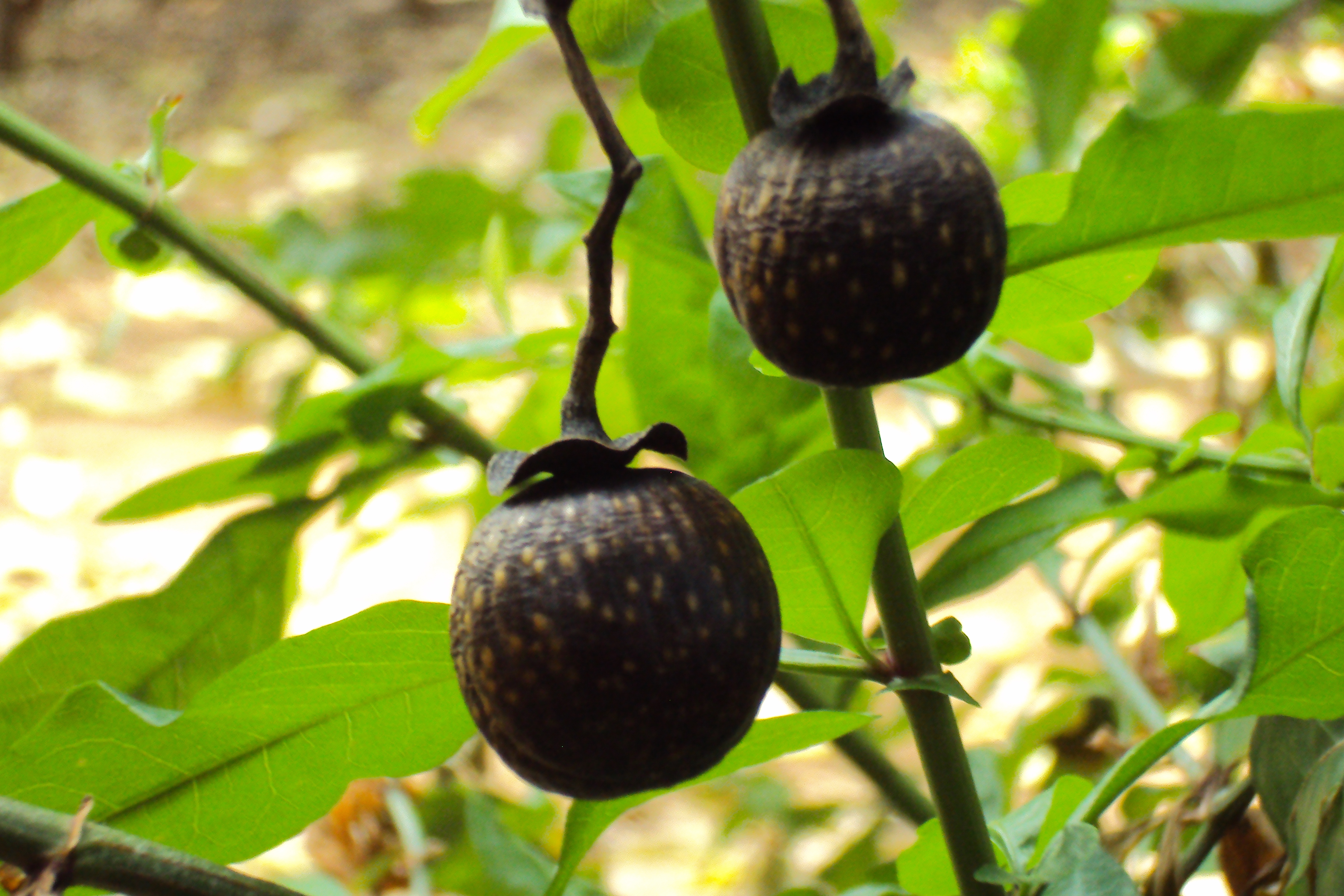
Vitex doniana
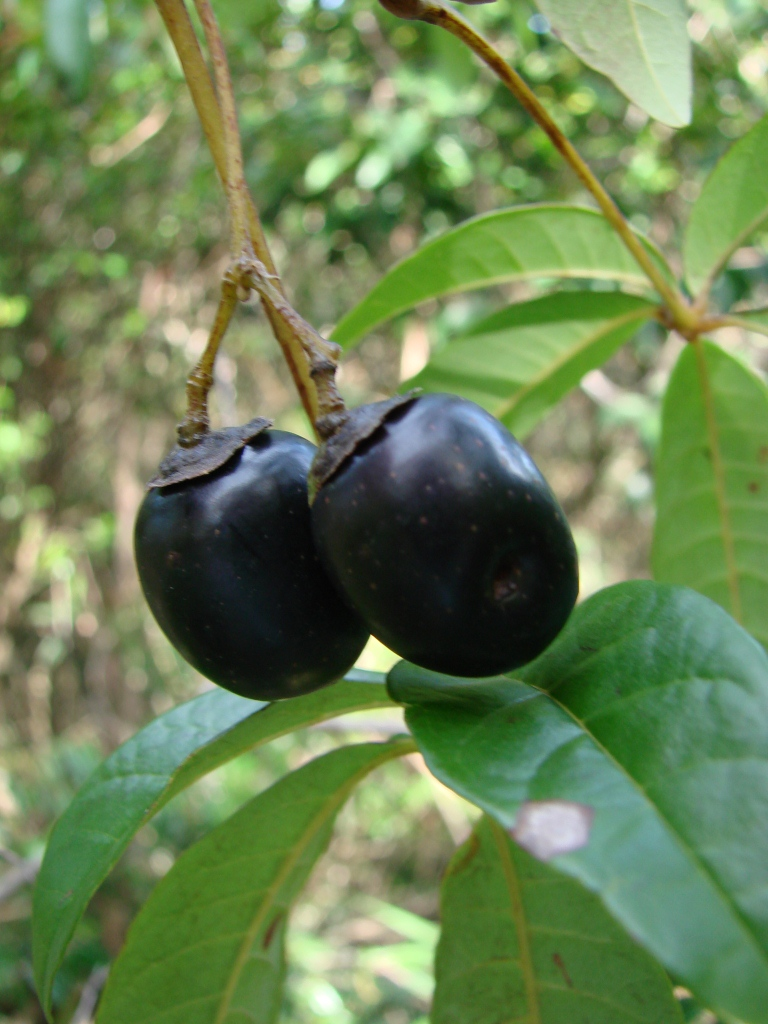
Vitex megapotamica
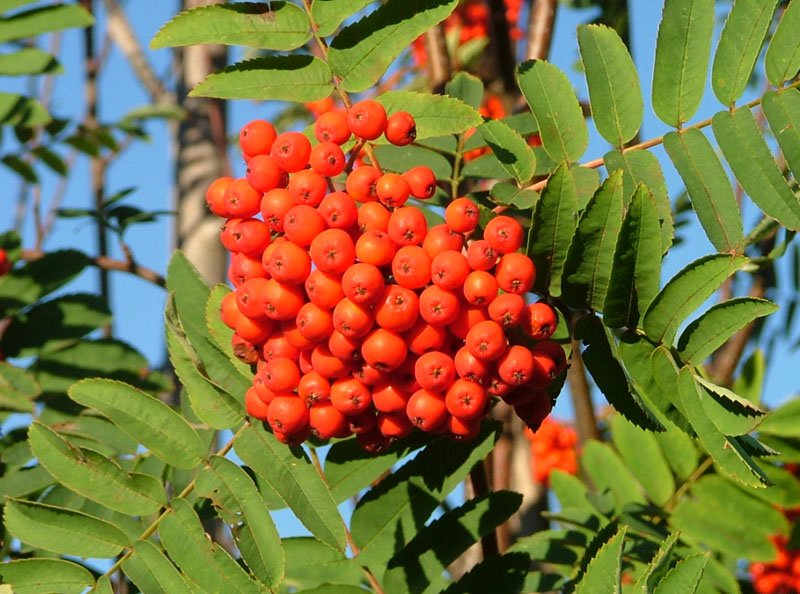
Vogelbeere
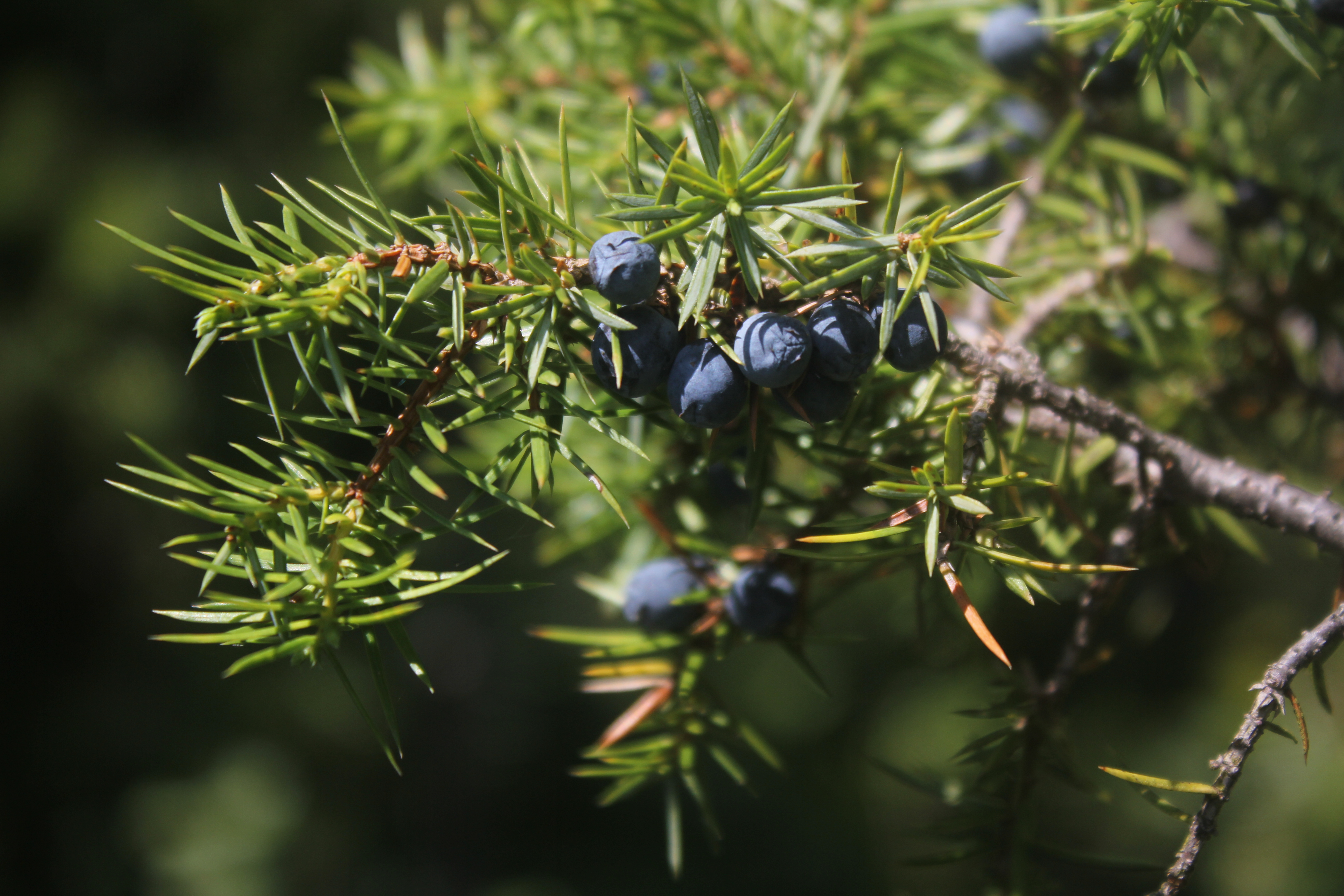
Wacholder (Keine Frucht; Beerenzapfen)
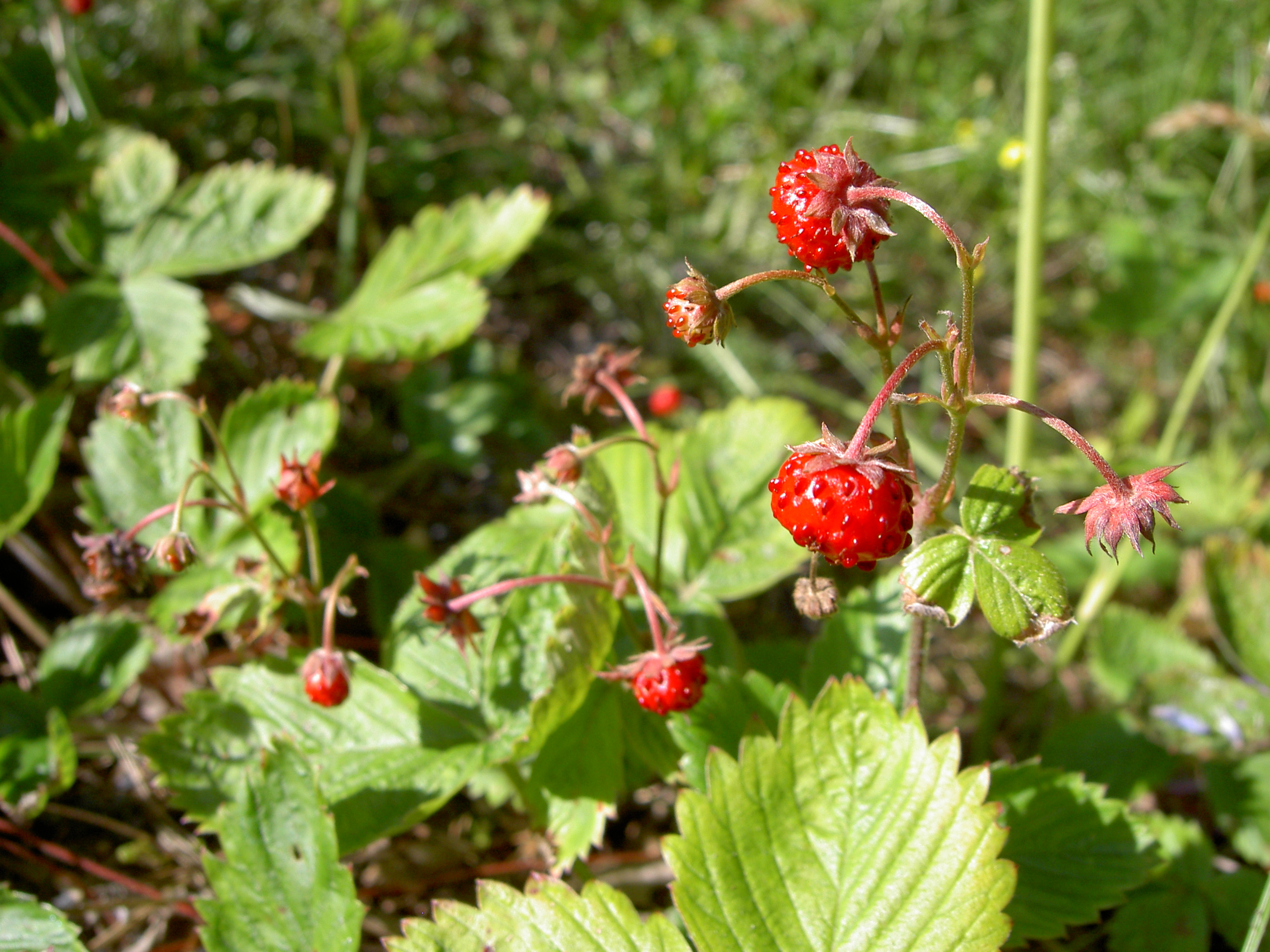
Wald-Erdbeere
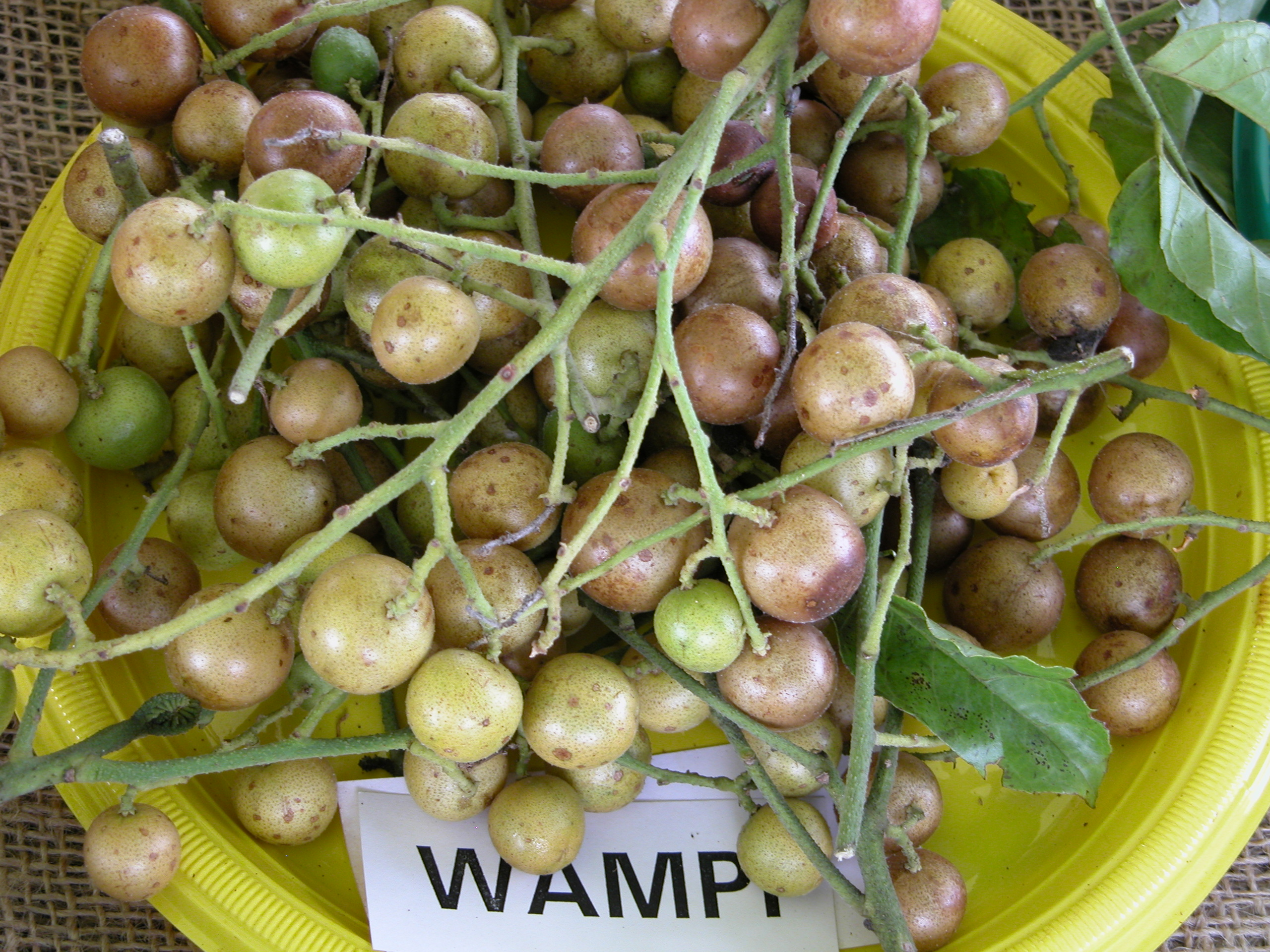
Wampi
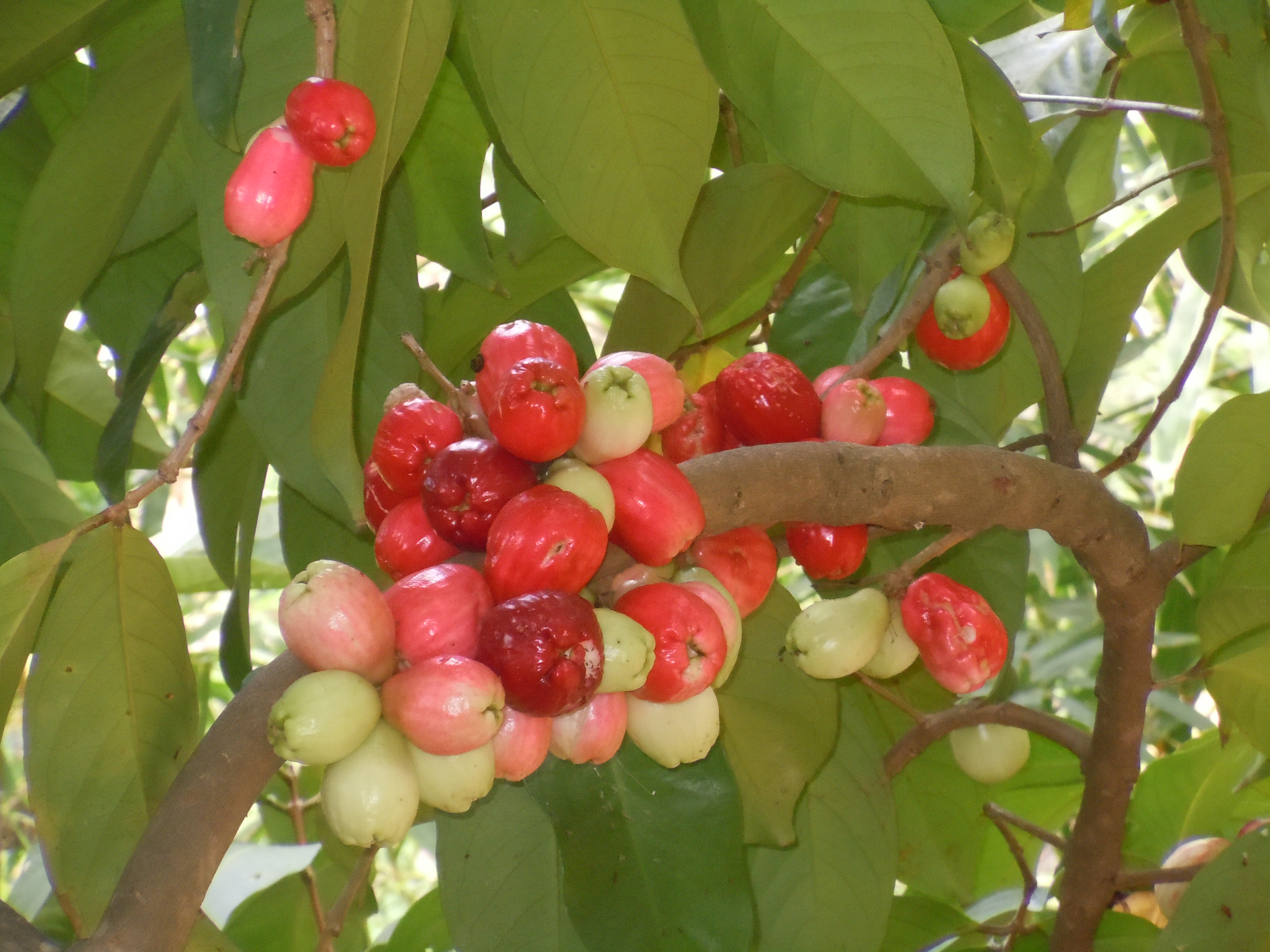
Wasserapfel (Syzygium malaccense, Syzygium aqueum)
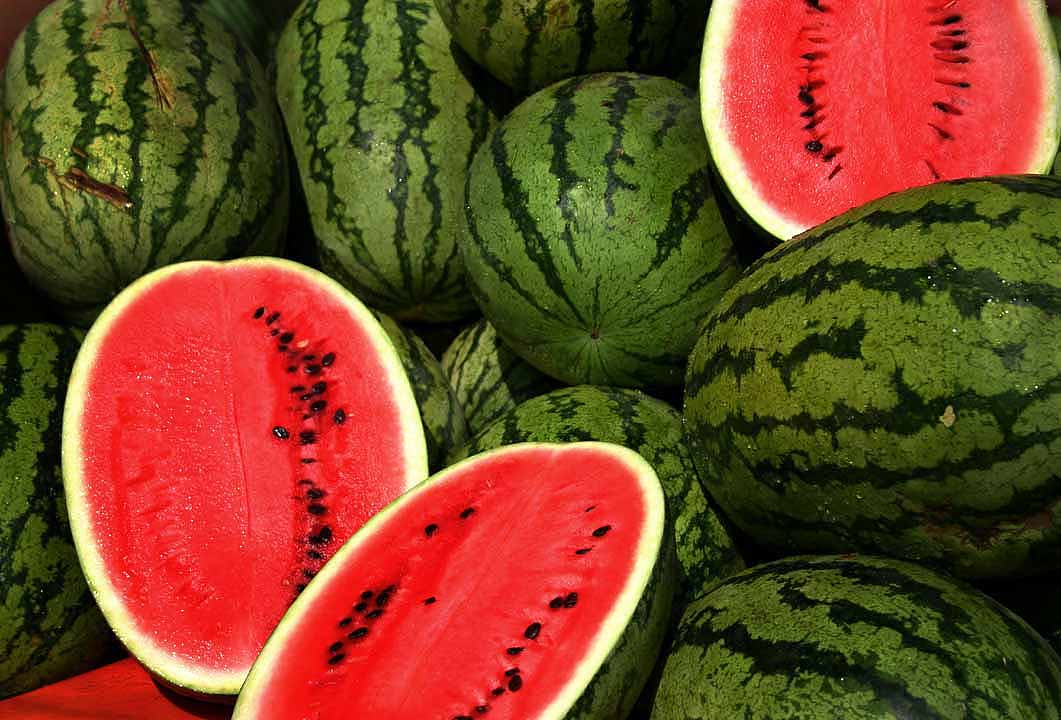
Wassermelone
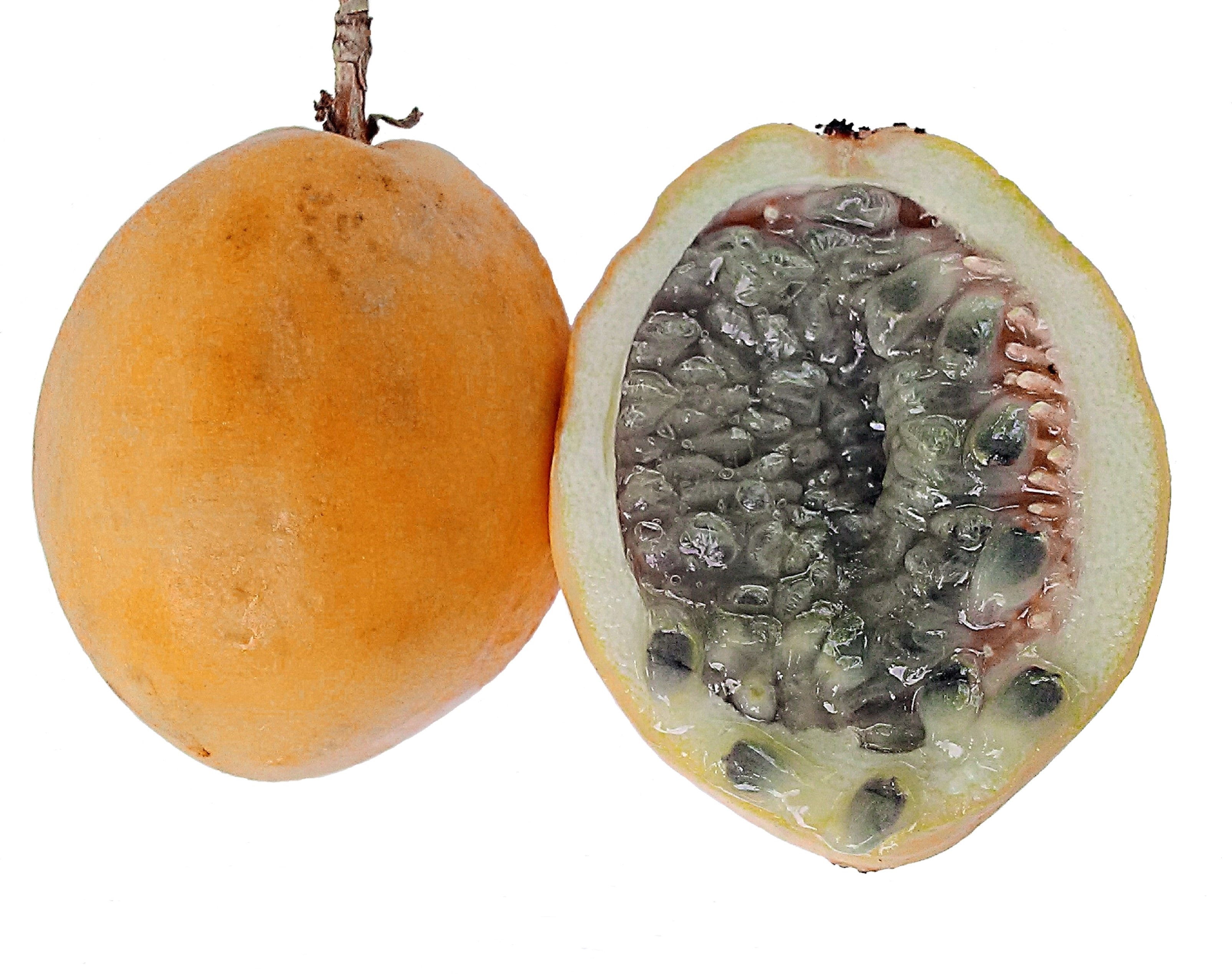
Wasserzitrone
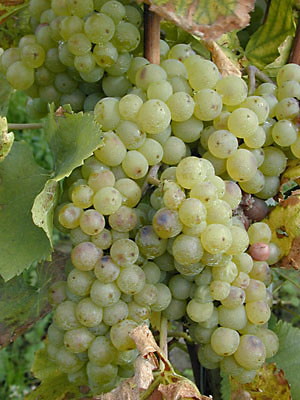
Weintraube
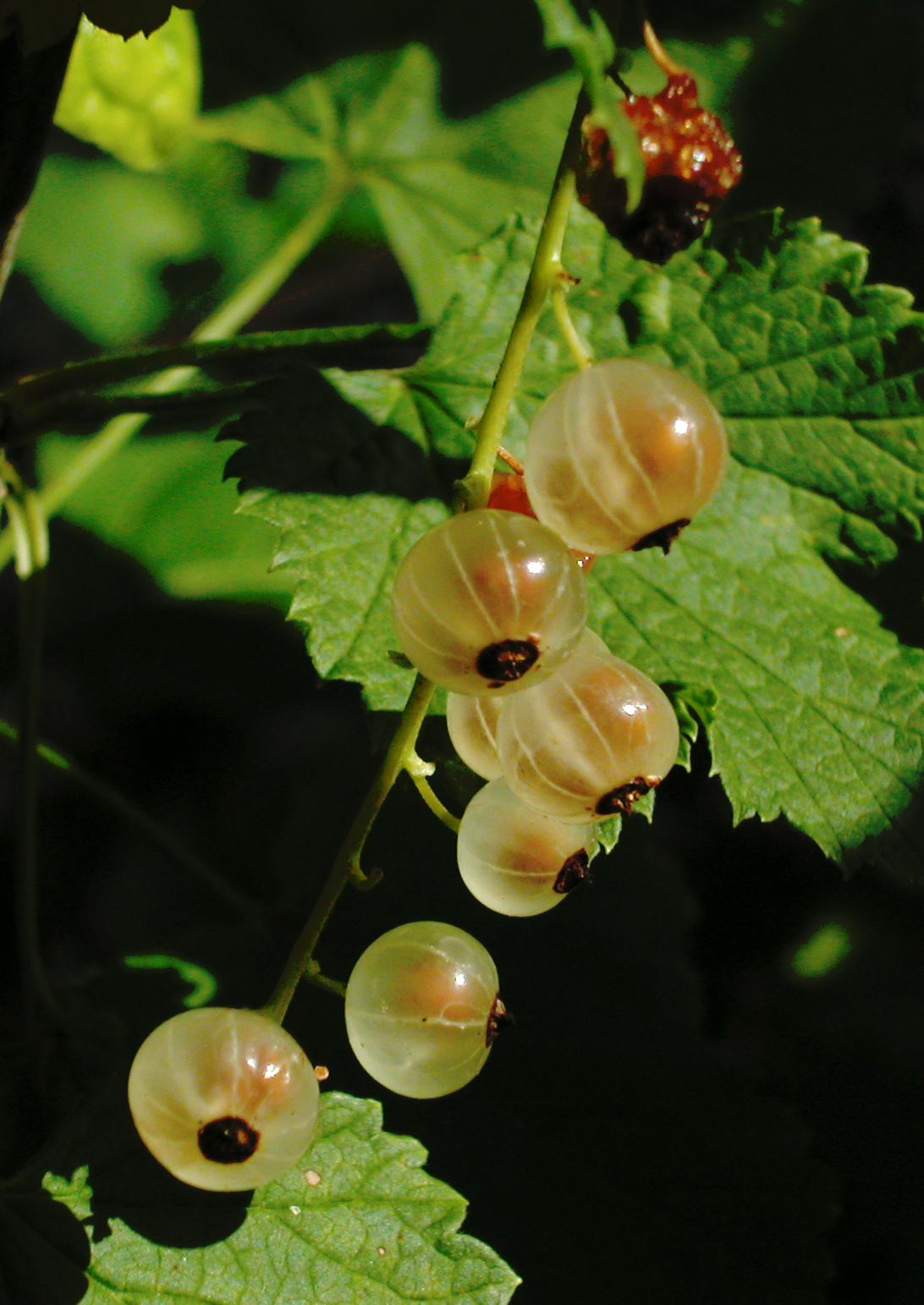
Weiße Johannisbeere (Weiße Ribisel)
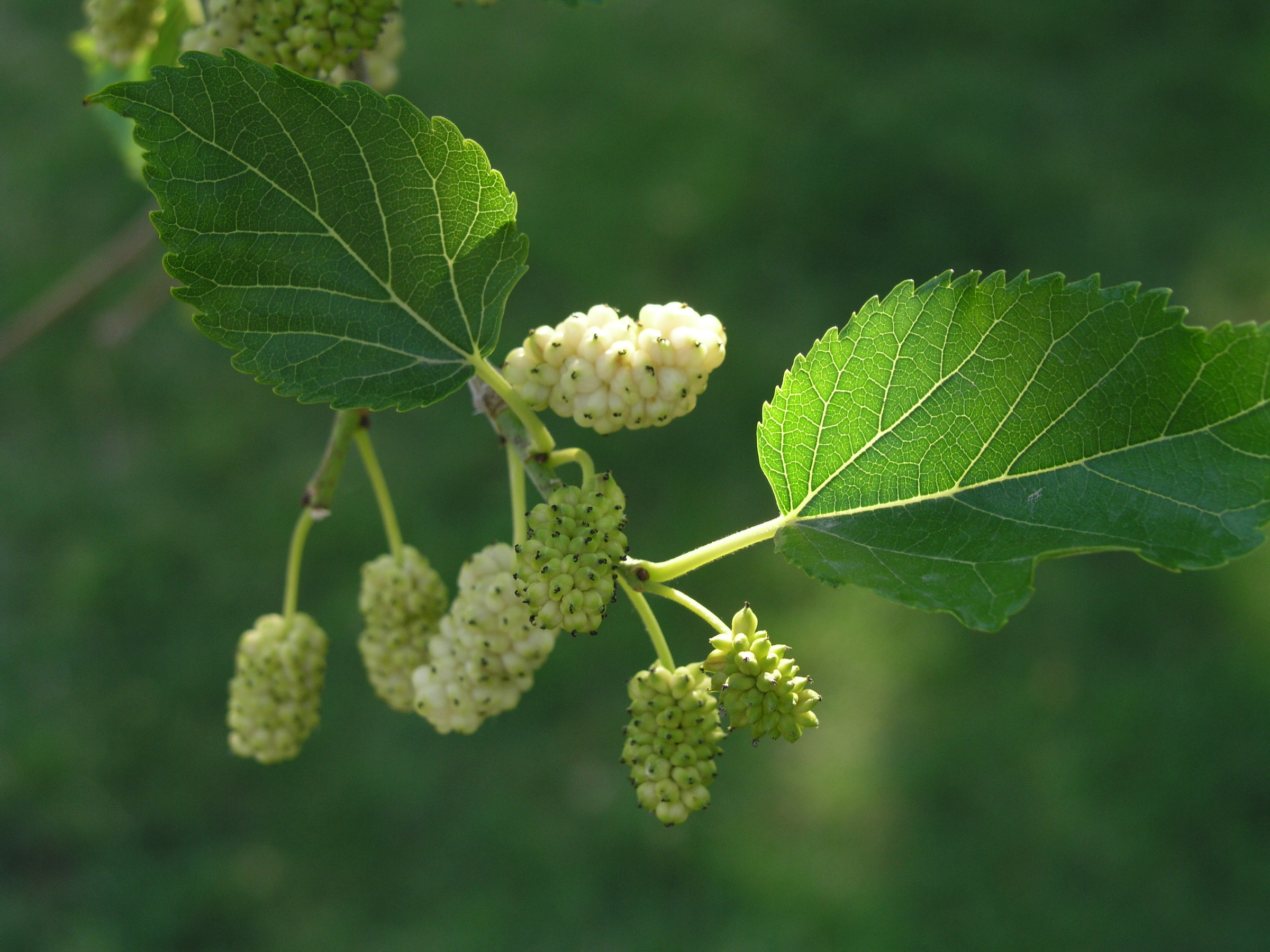
Weiße Maulbeere
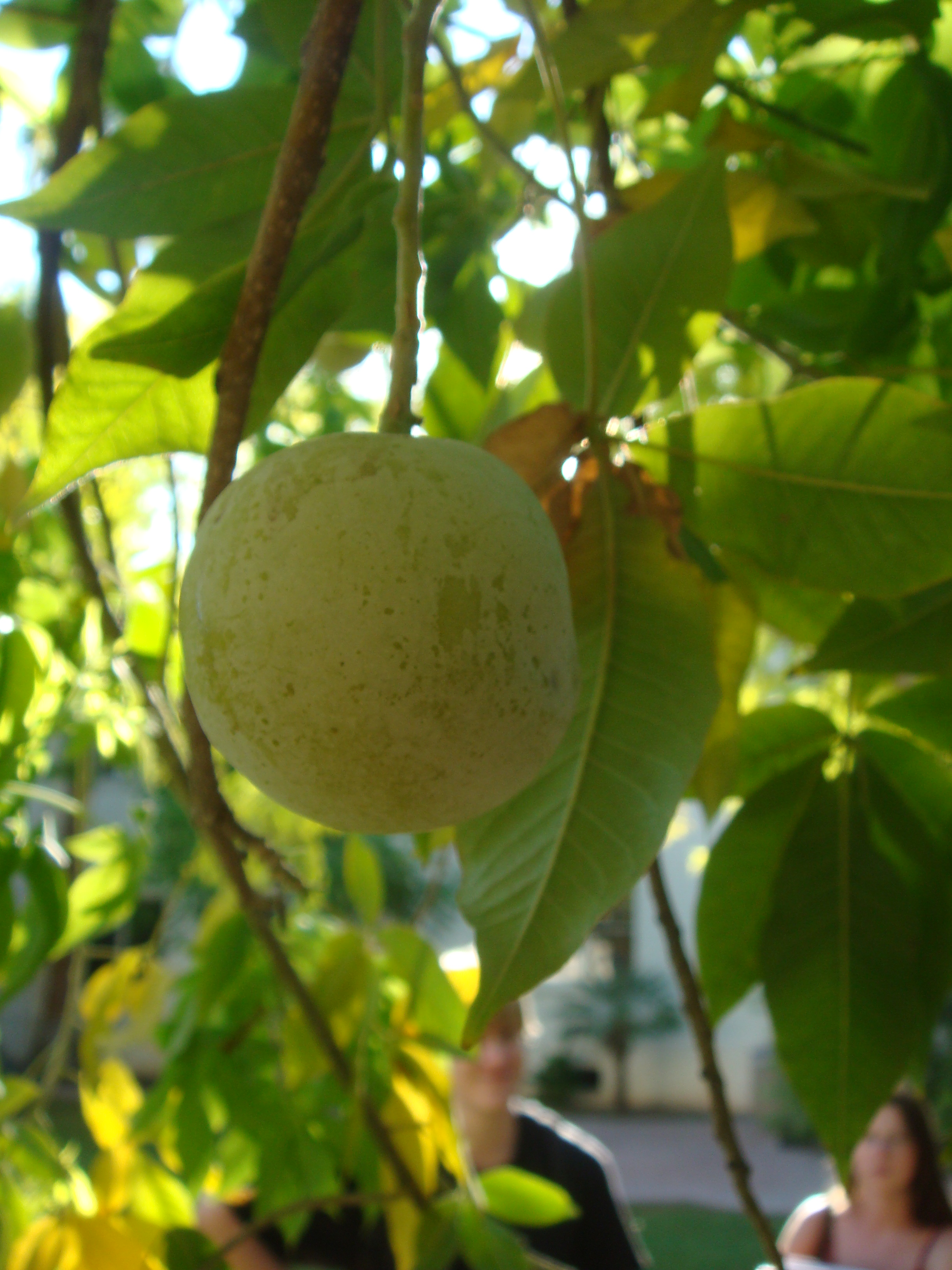
Weiße Sapote
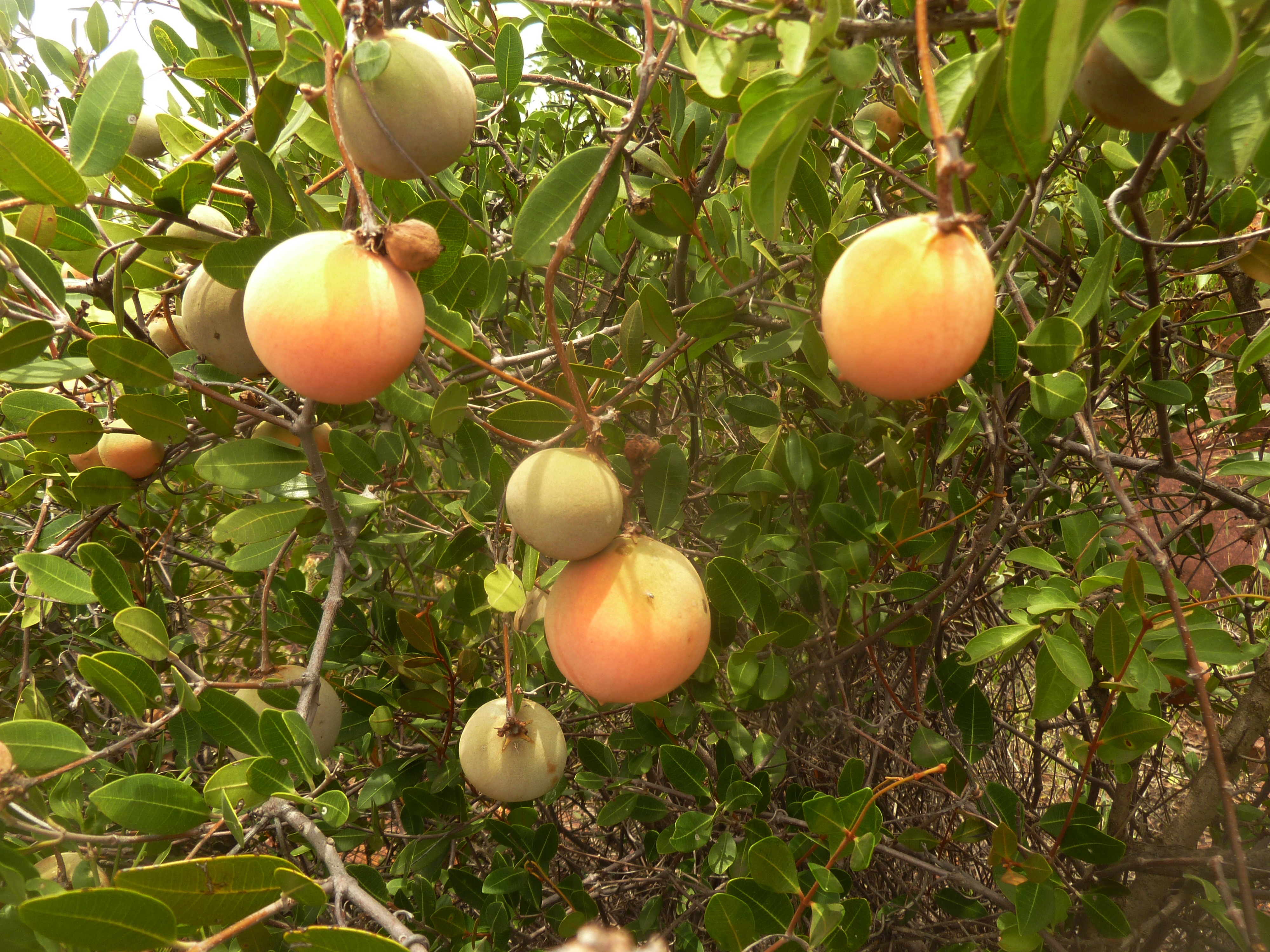
Wilde Aprikose (versch. Ancylobothrys-Arten haben ähnliche Früchte)
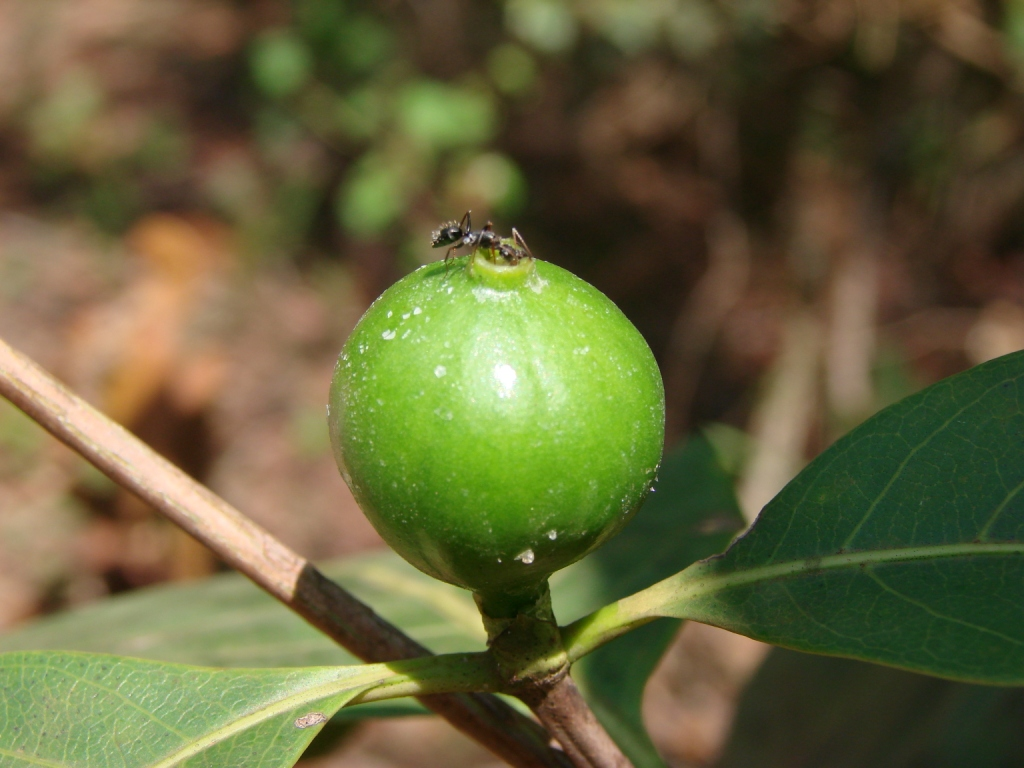
Wilde Guave (Purui)
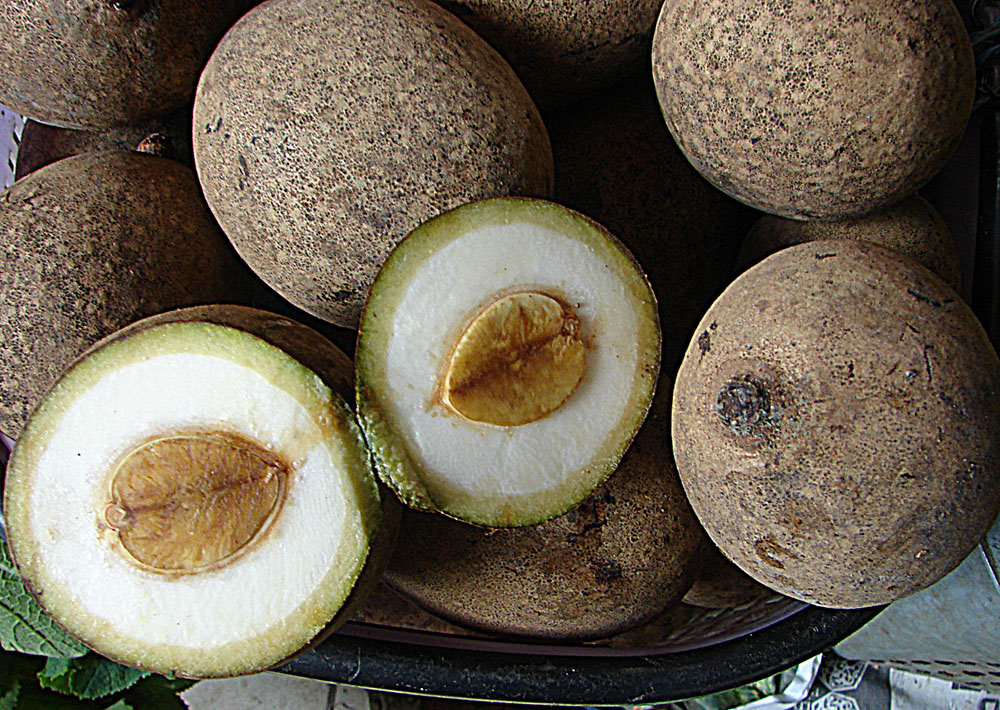
Wilde Mango
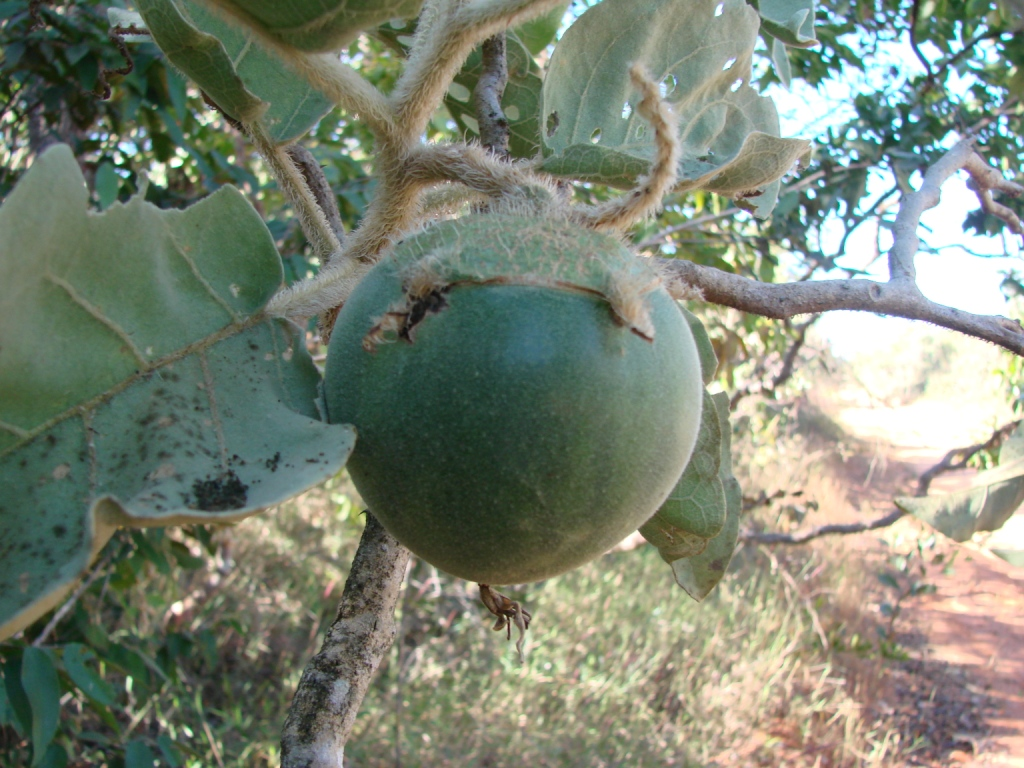
Wolfsapfel
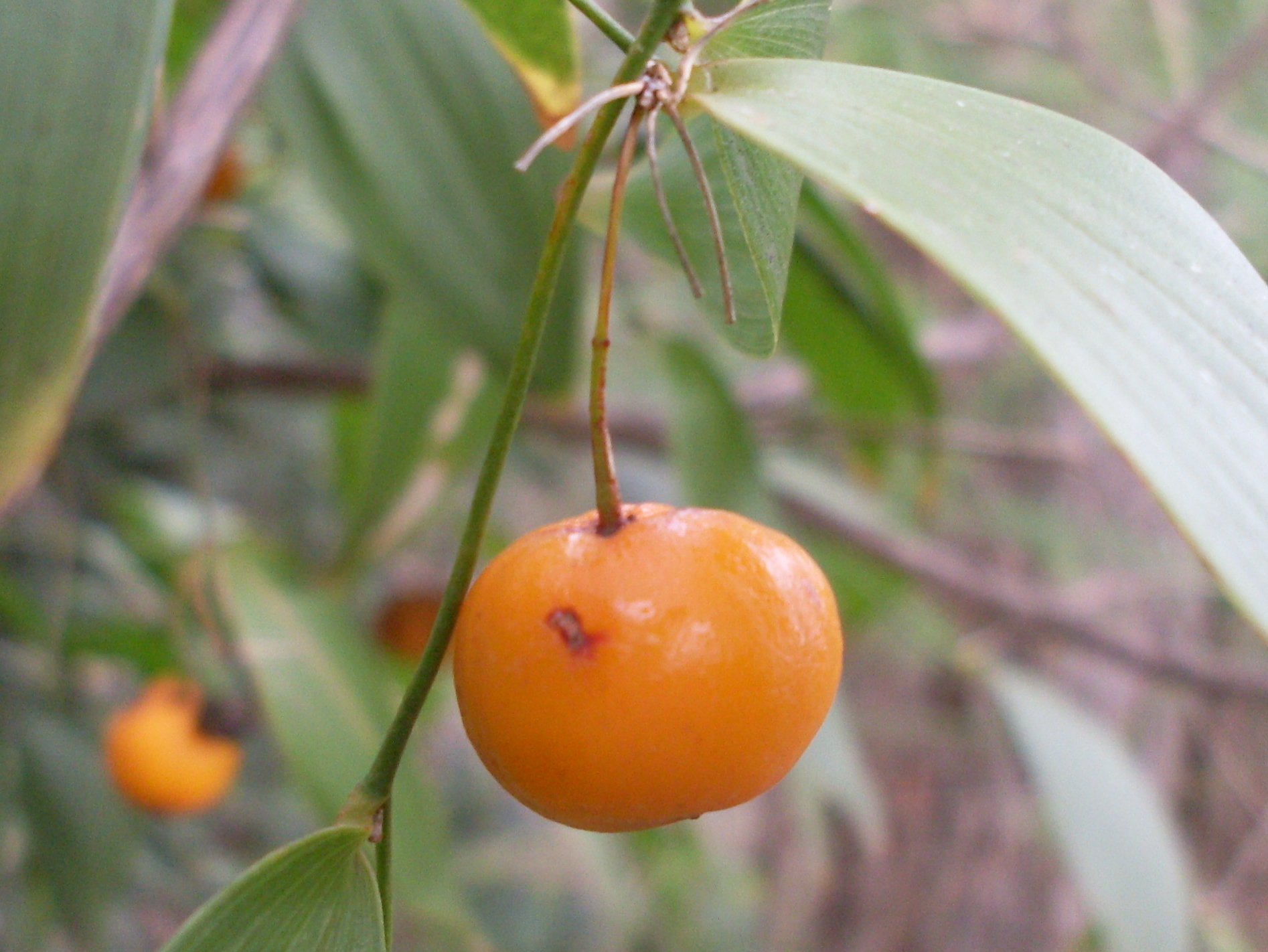
Wombatbeere (auch die Wurzelknollen)
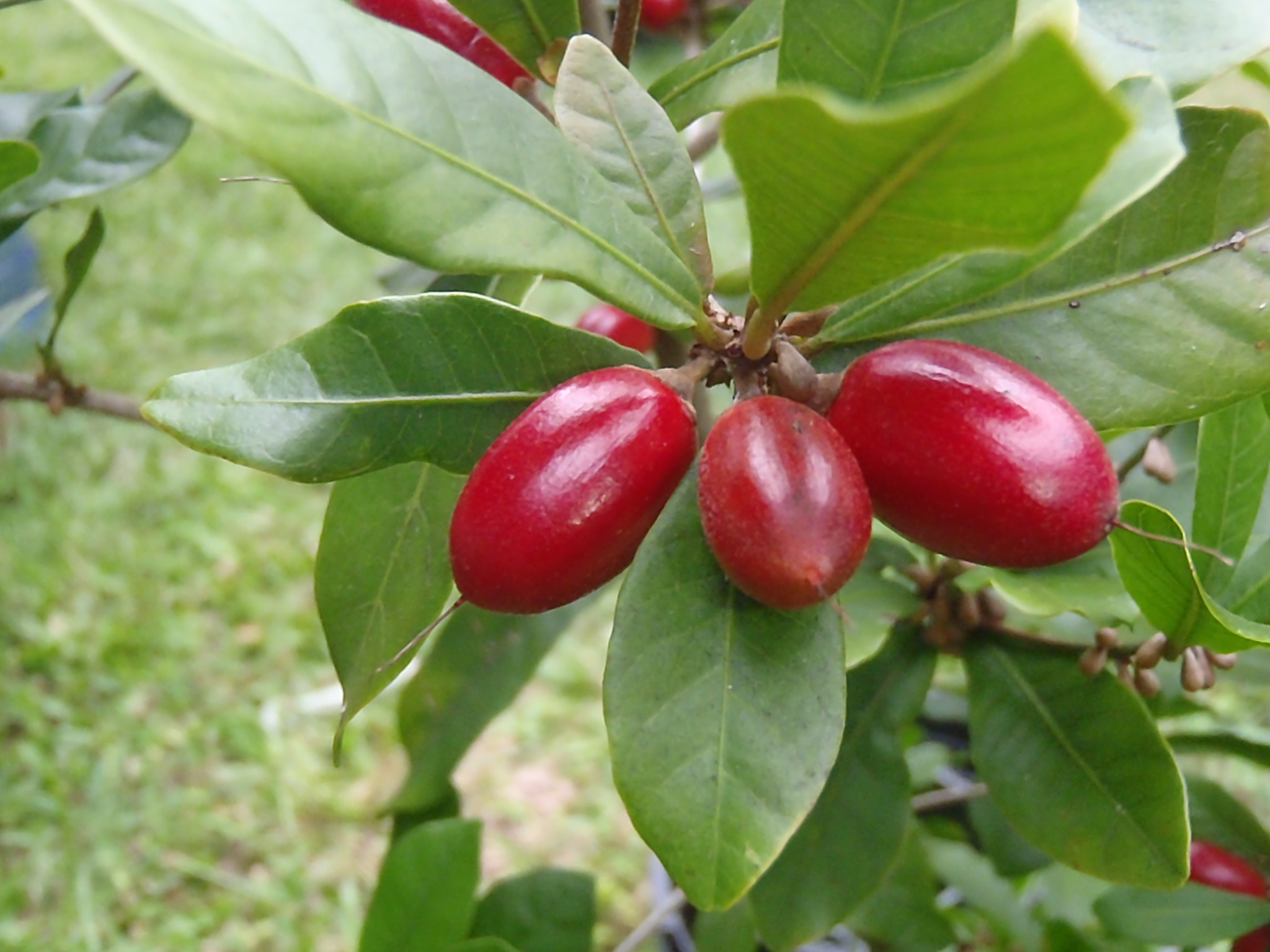
Wunderbeere
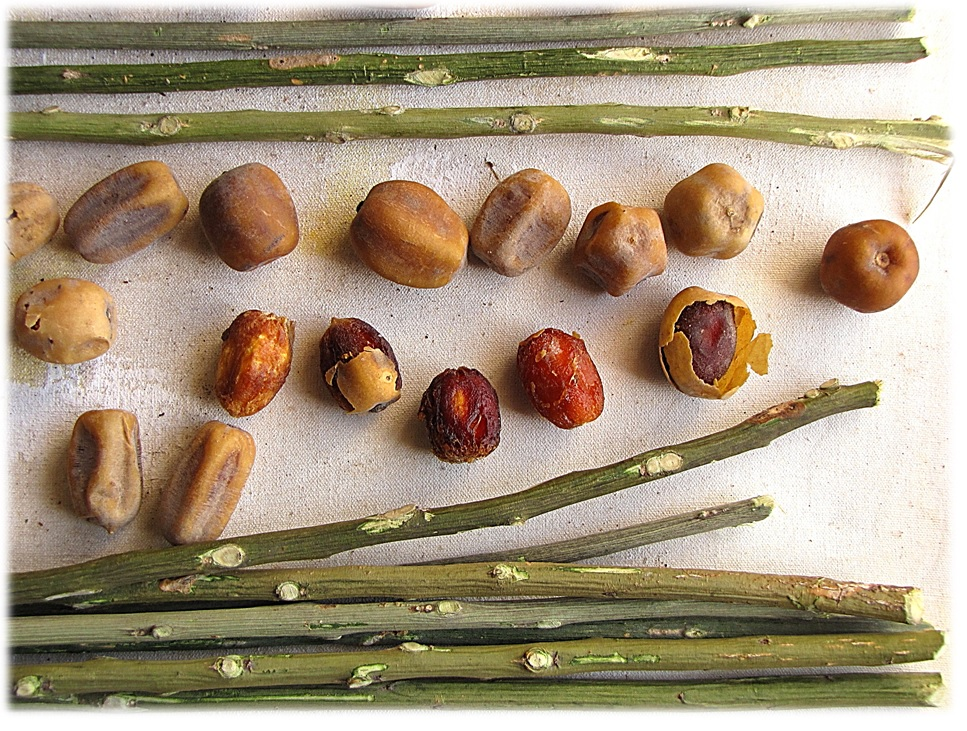
Wüstendattel
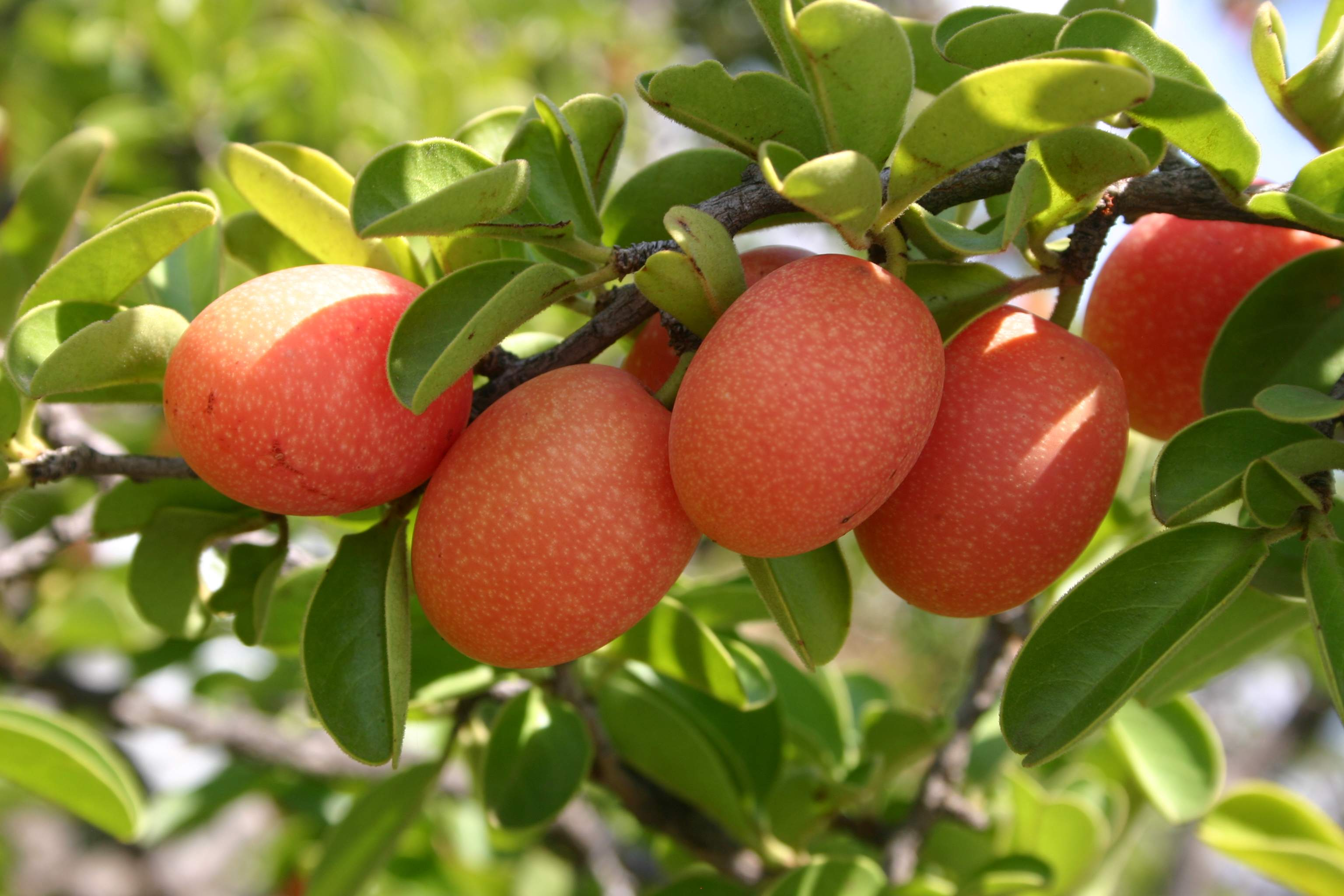
Ximenia caffra
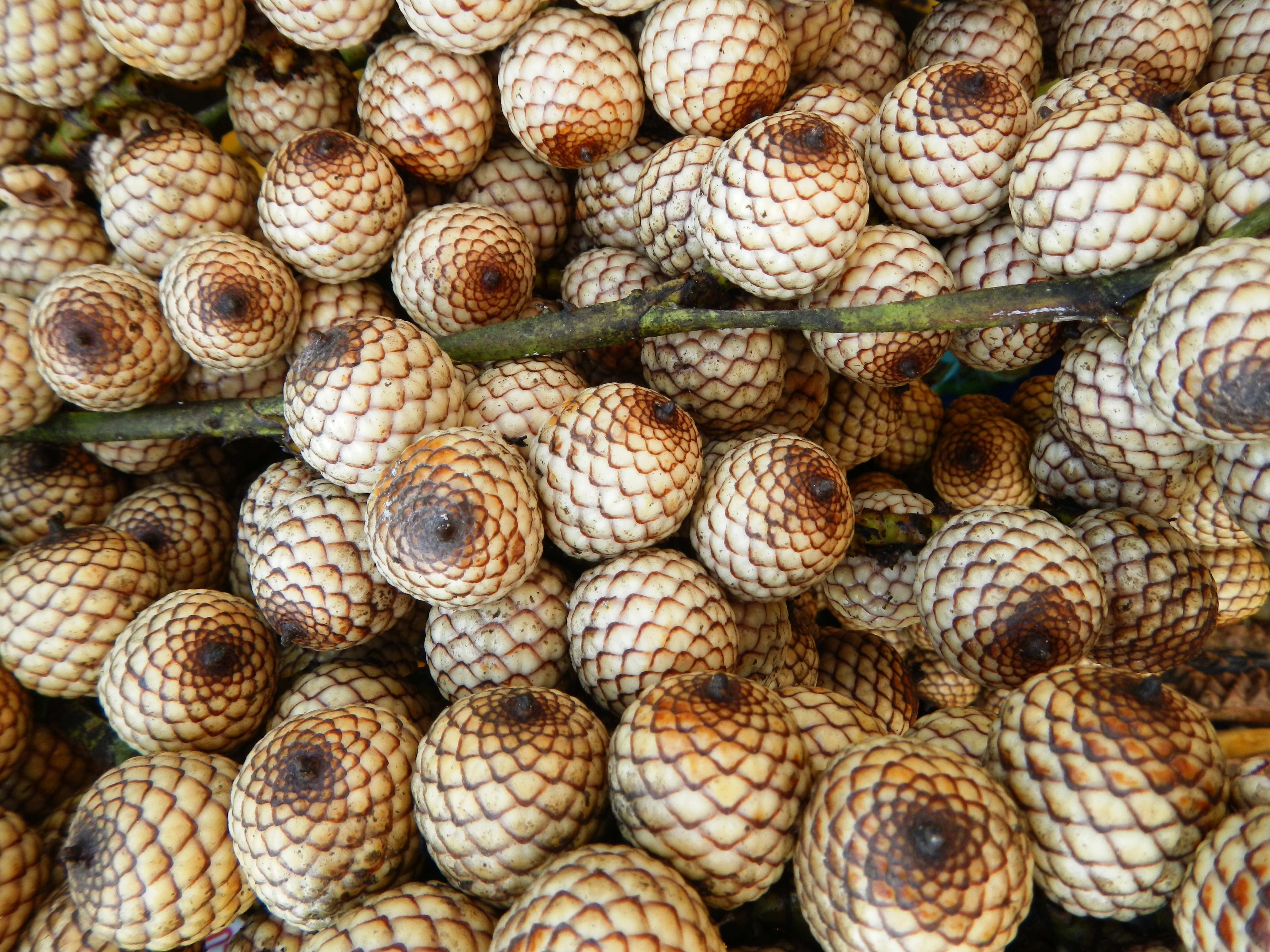
Yantok (versch. Calamus- oder Daemonorops-Arten haben ähnliche Früchte)
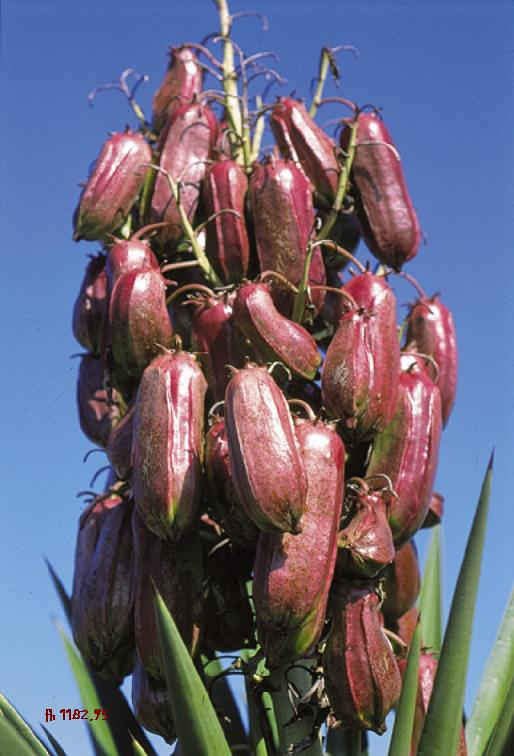
Yucca aloifolia
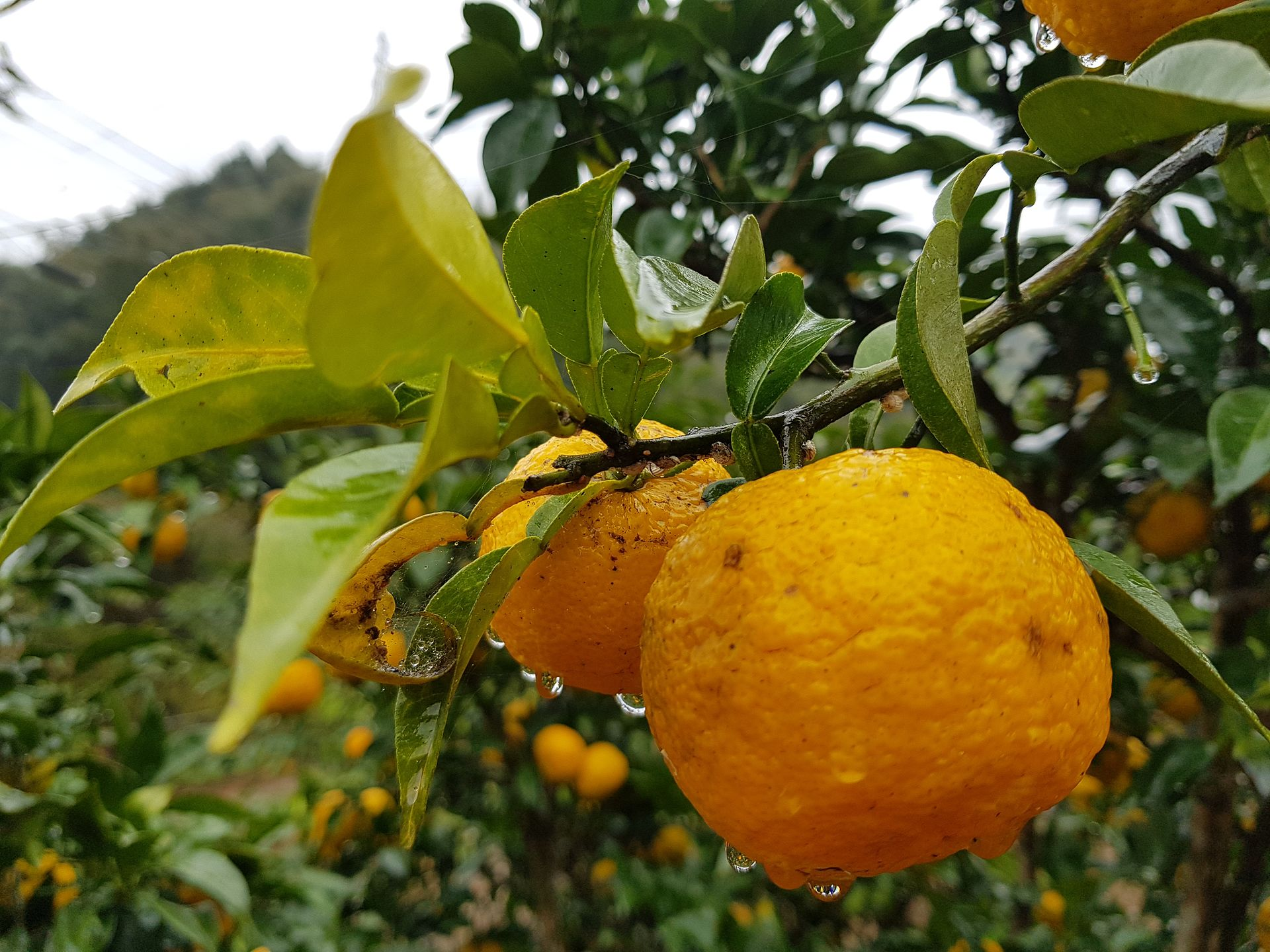
Yuzu
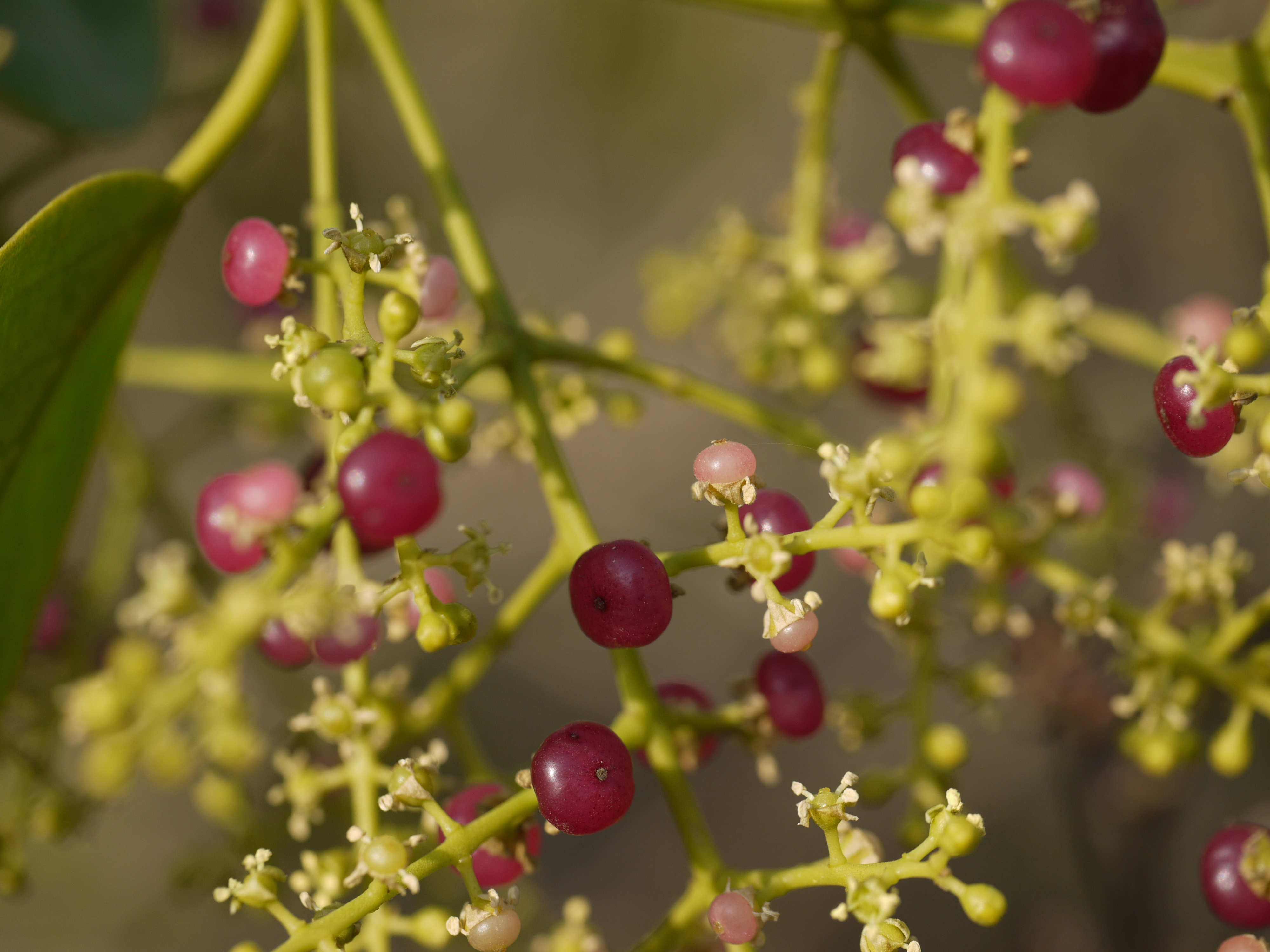
Zahnbürstenbaum (junge Blätter auch als Salat oder Gemüse)
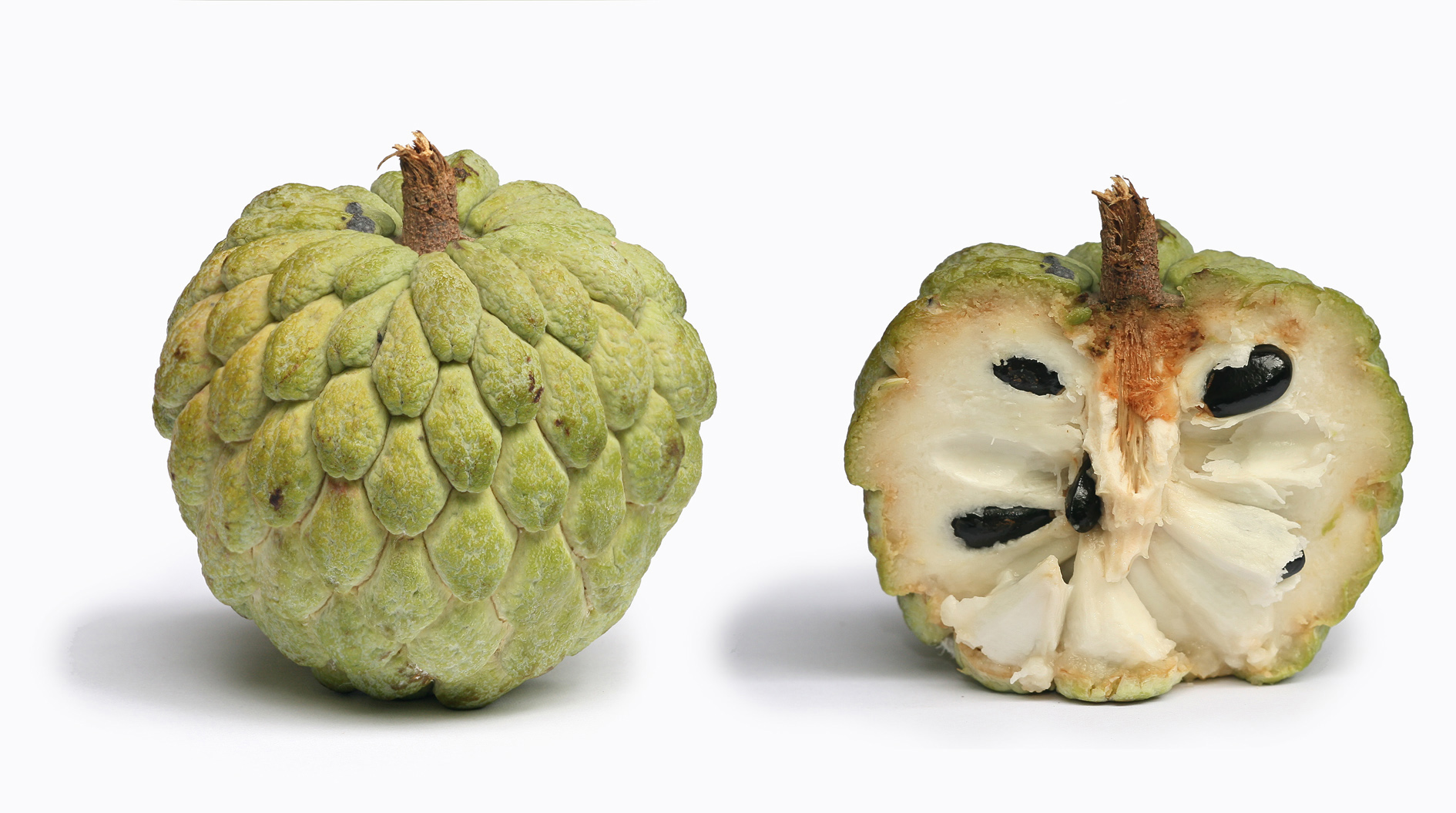
Zimtapfel
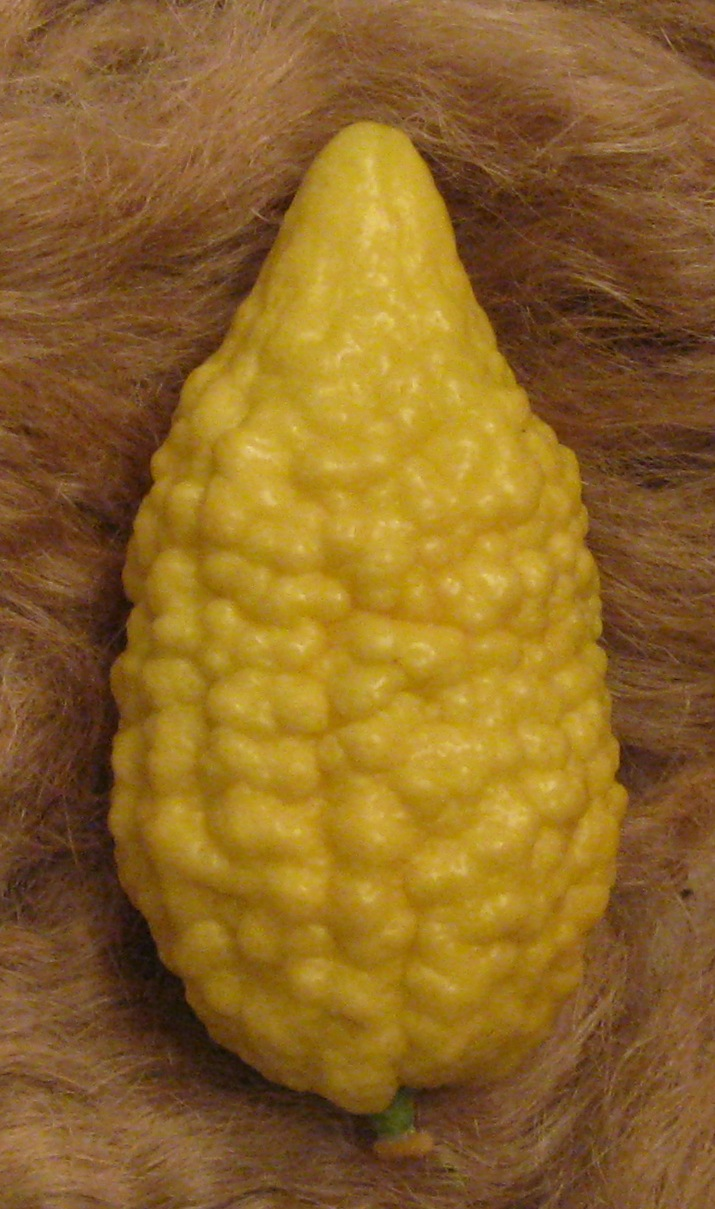
Zitronatzitrone
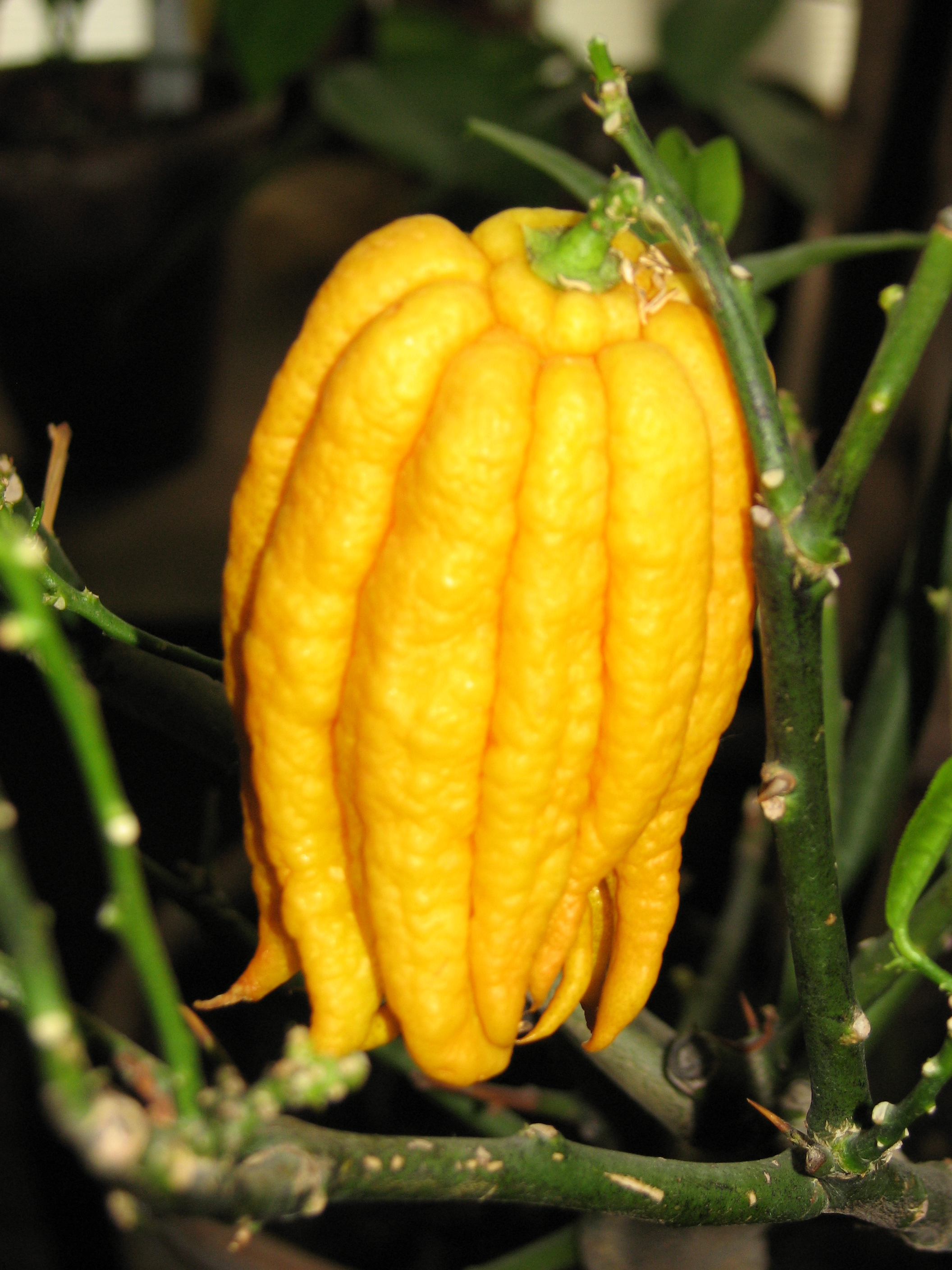
Varietät der Zitronatzitrone „Buddhas Hand“ (Citrus medica var. sarcodactylis)
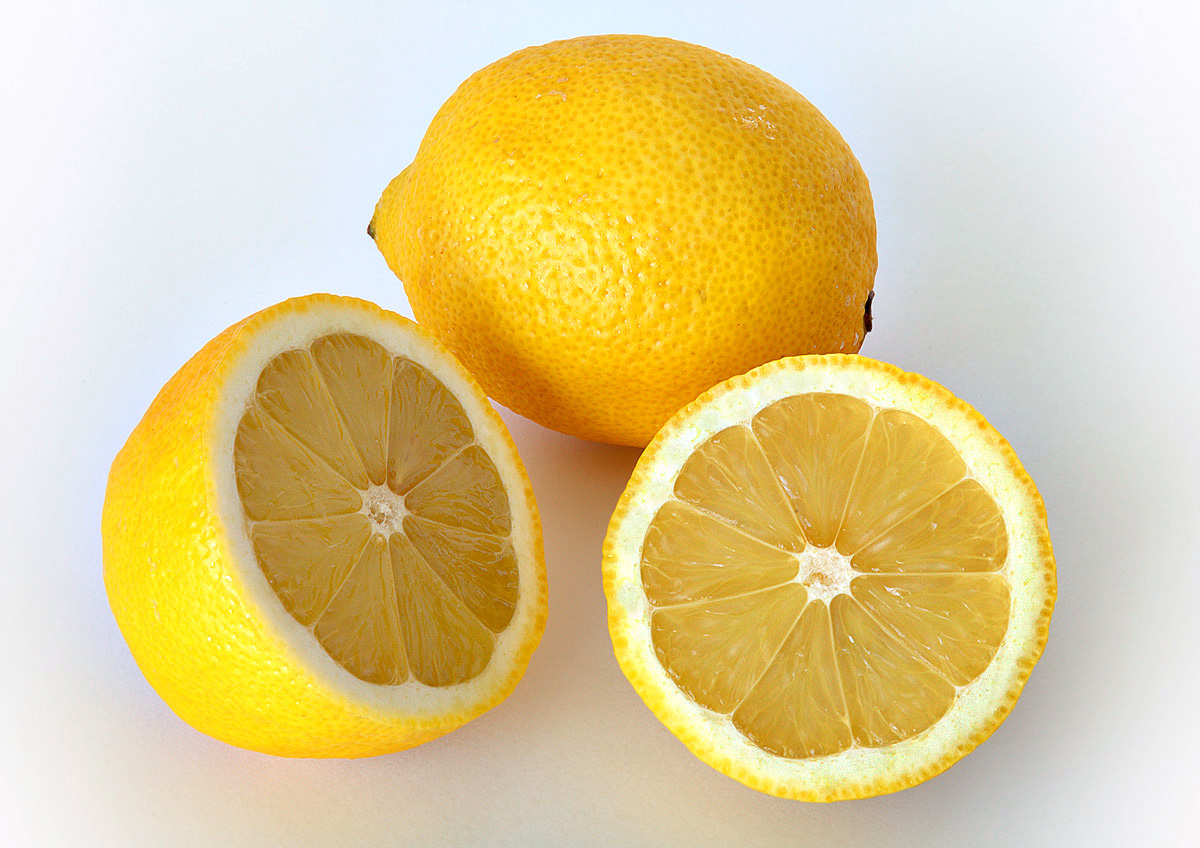
Zitrone
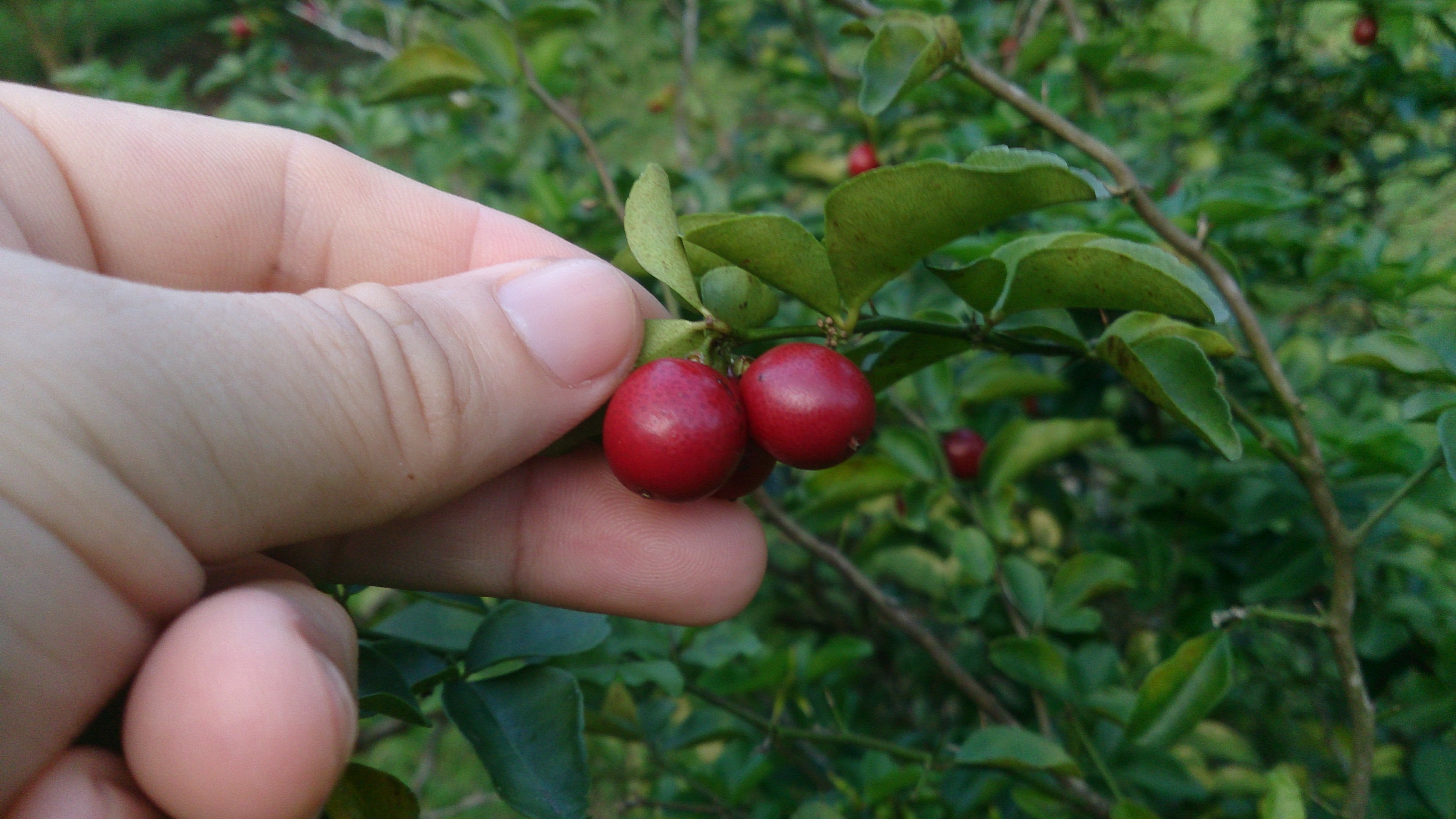
Zitronenbeere
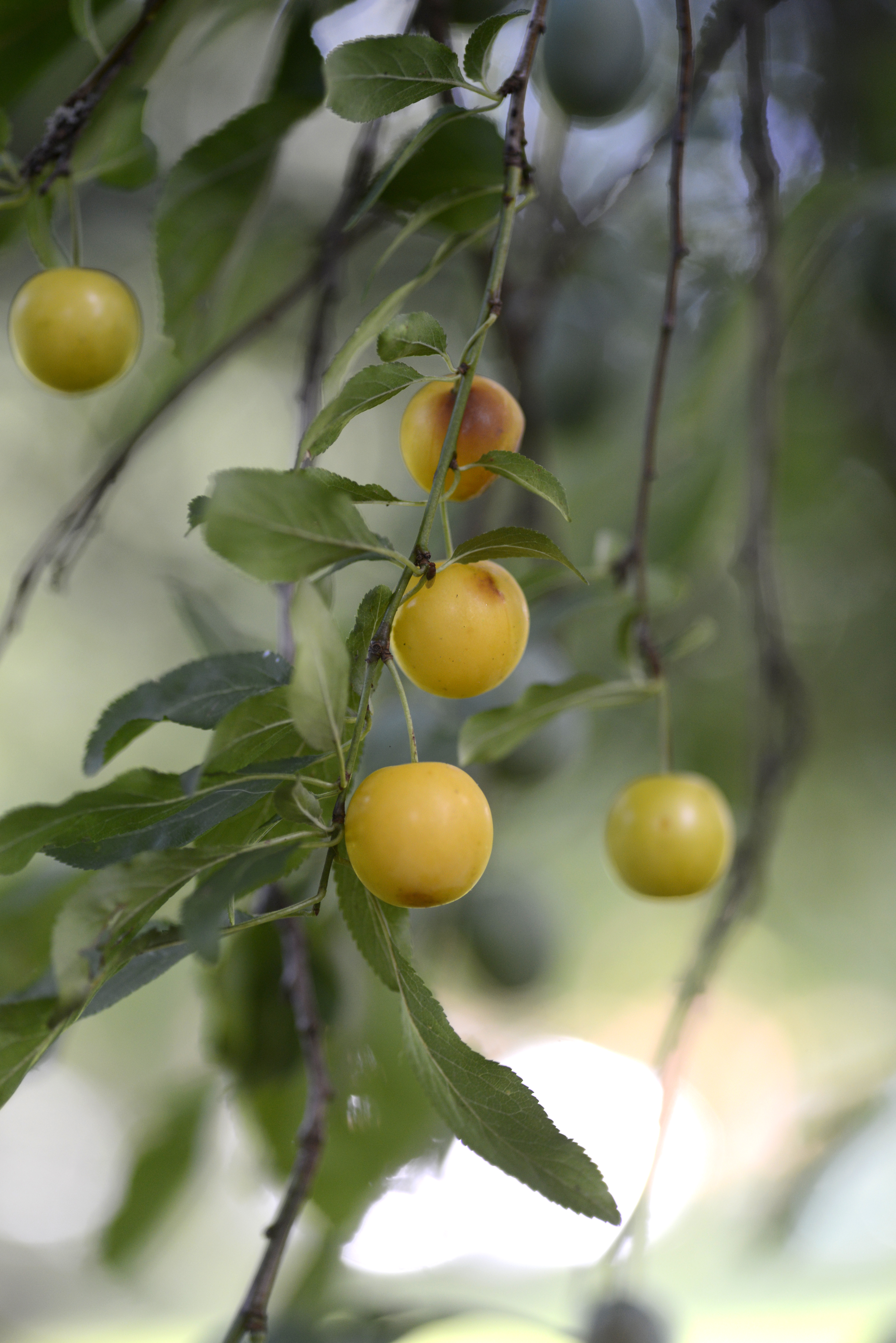
Zibarte (Gelbe)
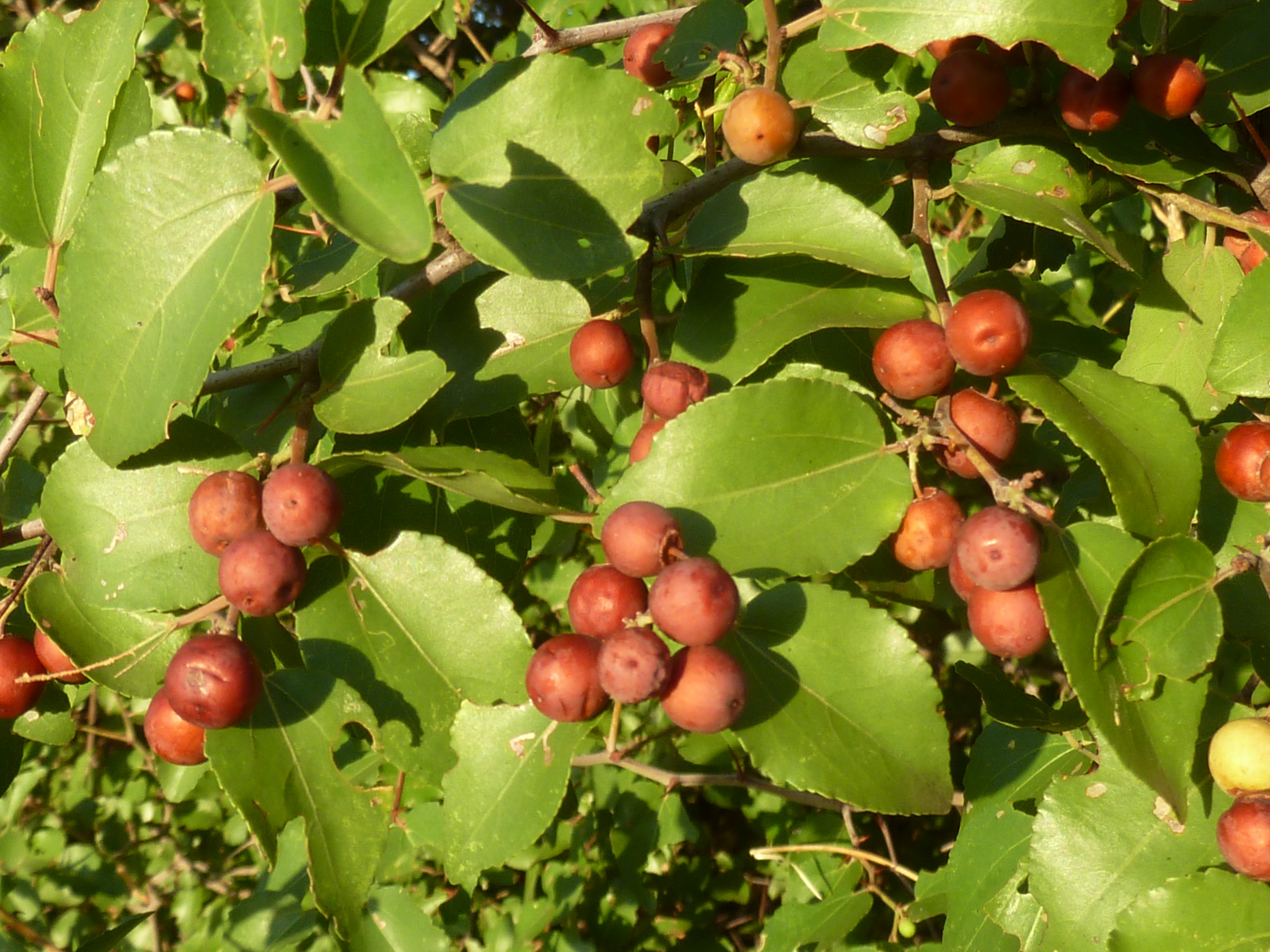
Ziziphus mucronata
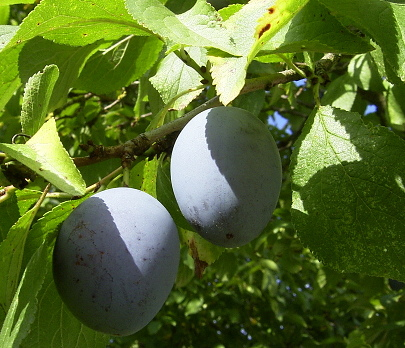
Zwetschge (Zwetschke)

- Açaí
 (Euterpe oleracea;
 Açaí-do-Pará)
 (Euterpe precatoria;
 Açaí-do-Amazonas)
- Acerola
- Achacha
- Acnistus arborescens
 (Syn.: Iochroma arborescens)
- Acronychia acidula
 (ähnlich aber weiß ist
 Acronychia oblongifolia)
- Affenorange, Kaffirorange (Strychnos spinosa,
 Strychnos cocculoides,
Strychnos pungens)
- Aframomum alboviolaceum
 (ähnlich sind
 Aframomum albiflorum,
 Aframomum angustifolium,
 Aframomum mala,
 Aframomum melegueta, Aframomum corrorima u. a.)
- Afrikanische Pflaume
- Aglaia lawii
 (versch. Aglaia-Arten haben ähnliche Früchte)
- Aguaje
 (Buriti)
- Aiphanes horrida
- Akebi
- Akee
- Alectryon macrococcus
- Allackerbeere
- Allagoptera arenaria
- Allophylus cobbe
 (ähnlich ist Allophylus edulis)
 (ähnliches Bild)
- Almirajó oder Mirajó
- Alpinia caerulea
- Amanatsu
- Amazonas Guave
- Amazonas Traube
- Ambelania acida
- Amerikanische Kermesbeere
- Amerikanische Schönfrucht
- Gewöhnlicher Schneeball, Amerikanischer Schneeball
 (ähnlich aber schwarz-blau ist Viburnum prunifolium)
- Amla
- Amomyrtus luma
  (ähnlich ist Amomyrtus meli)
- Ampelocissus martini
 (reif rötlich)
- Ananas
- Ananaserdbeere
- Ananaskirsche
 (auch für Physalis grisea)
- Ancylobothrys capensis
- Andira legalis
 (nur gekocht)
- Annona glabra
- Annona senegalensis
- Antidesma venosum
 (versch. Antidesma-Arten haben ähnliche Früchte)
- Apfel
- Apfelbeere
 (Aronia)
- Apfelbeeren
  versch. Billardiera-Arten
  (Billardiera scandens,
 Billardiera cymosa,
 Billardiera mutabilis u. a.)
- Aprikose
 (Marille)
- Ardisia elliptica
- Arrayán
 (Luma apiculata, Luma chequen)
- Asiatischer Blüten-Hartriegel (Kousa)
- Atemoya
- Attalea butyracea
- Australische Brennnessel
- Australische Fingerlimette (Limetten-Kaviar)
- Austromyrtus dulcis,
 Austromyrtus tenuifolia
- Avocado
- Azaroldorn
- Babaco
 (ähnlich ist die Berg-Papaya)
- Babassupalme
- Bacaba
 (ähnlich ist Patauá von
 Oenocarpus bataua)
- Baccaurea angulata
- Baccaurea racemosa
 (Kapundung, Menteng)
- Bakuri, Bacuri
- Ballartkirsche
 (fleischiger Blütenstiel)
- Banane
- Rote Bananen
 (Hybride von Musa acuminata)
- Rosa Zwergbananen
 (Musa velutina)
- Bananen-Yucca
- Baobab
- Baumstammkirsche
- Beals Mahonie
- Bengalische Quitte
 (Madjo, Bel)
- Benstonea affinis
- Berberitze
- Buchsblättrige Berberitze
 (Calafate)
- Berchemia discolor
- Berchemia zeyheri
- Bergamotte
- Bignay, Bignai
- Bilimbi
- Binjai
 (Wanyi)
- Birne
- Bischofia javanica
- Bittermelone
- Blaubeere
 (Heidelbeere)
- Blaue Heckenkirsche, Kamtschatka-Heckenkirsche
- Blaue Passionsblume
- Blaugurke
- Boldo
- Boscia senegalensis
- Borojo
 (Syn.: Borojoa patinoi)
- Brasilianische Birne
- Brasilianische Guave
 (Feijoa)
- Breiapfelbaum
 (Sapotille)
- Breitblättrige Steinlinde
- Brombeere
 (auch versch. Rubus-Arten)
- Bromelia karatas
- Bromelia pinguin
- Brotfrucht
- Brotnussbaum
- Buchanania lanzan
- Bunchosia glandulifera
- Burdekinpflaume
- Burmesische Trauben
- Buschbanane
- Buschpflaume
 (ähnliches Bild)
- Buschtomate
 (Solanum centrale,
 Solanum chippendalei,
 Solanum vescum,
und der Känguruapfel)
- Butia capitata
 (Geleepalme)
- Cagaita
- Camboge
- Campomanesia xantocarpa
- Campuci
- Camu-Camu
- Canistel
- Canthium coromandelicum
 (auch Canthium spinosum, Canthium inerme,
 Canthium horridum)
- Capparis mitchellii
- Casasia clusiifolia
- Cashew
- Anacardium humile
 (Affennuss, Mini-Cashew)
- Castilla elastica
 (ähnlich ist Castilla ulei)
- Catunaregam spinosa
 (nur gekocht)
- Cecropia spp.
 (versch. Crecropia-Arten haben ähnliche Früchte)
- Celtis iguanaea
- versch. Cereus-Arten
 oder auch 
 (Stenocereus thurberi,
 Stenocereus stellatus und Pachycereus schottii sowie Acanthocereus tetragonus)
- Chañar
- Charentais-Melone
- Che
- Cheiloclinium cognatum
- Cherimoya
- Chi Sau, Qua Sau
- Chilenische Wachsglocke
- Chionanthus virginicus
- Chinesische Beerentraube
 (auch Schisandra sphenanthera)
- Chinesische Quitte
- Chomelia brasiliana
 (ähnliches Bild)
- Chondrodendron platiphyllum
- Chrysophyllum albidum
 (Weißer oder Afrikanischer Sternapfel) 
 (ähnlich ist Chrysophyllum africanum)
- Chupa-Chupa
- Citharexylum myrianthum
- Clementine
- Coccocypselum lanceolatum
- Coccoloba
 (Meertraube)
- Cockeyapfel
- Comandra umbellata subsp. pallida
- Conostegia xalapensis
 (ähnliches Bild)
- Copalillo
 (Chupandía, Chupandilla, Copalcocote, Maxocote oder Chucumpum)
- Cordia dentata
- Cordia dichotoma
- Cordia sinensis
- Cordyla pinnata
- Corema album
 (Camarinha)
- Couepia grandiflora
- Cranberry (Kranbeere)
- Crescentia alata
- Cubiu
 (Cocona)
- Cupuaçu
- Currybaum
- Curuba
 (Bananen-Passionsfrucht)
- Dabai
 (ähnliches Bild)
- Dacryodes rostrata
 (Kumbayau, Kembayau)
- Darwins Berberitze
- Dattel
- Davidsonspflaume
 (Davidsonia jerseyana, Davidsonia pruriens)
- Debregeasia edulis
- Debregeasia longifolia
- Diospyros texana
- Dipteryx alata
 (Baru)
- Diploglottis campbellii
- Ditakh
- Duabanga grandiflora
 (nur junge Früchte sind essbar)
- Duftsiegel
- Durian
- versch. Echinocactus-Arten.
- Echte Bärentraube
- Eibe
 (Keine Frucht; nur der Arillus)
- Eingriffeliger Weißdorn
 (ähnlich ist Crataegus pinnatifida)
- Eiscremebohne
 (Inga spectabilis, Inga edulis,
 Inga feuilleei u. a.)
- Elaeocarpus angustifolius
- Elaeocarpus serratus
- Eleiodoxa conferta
- Elsbeere
- Emuapfel
- Enchylaena tomentosa
- Engkala
- Englerophytum magalismontanum
- Epiphyllum phyllanthus
 (wie Drachenfrüchte)
- Früchte von versch. Erdbeerbäumen
- Erdbeere
- Erdbeer-Guave
- Erlenblättrige Felsenbirne
- Erythroxylum monogynum
- Essbare Mittagsblume
 (Pferdefeige, Hottentottenfeige)
- Euclea crispa
- Eugenia myrcianthes
 (Syn: Hexachlamys edulis)
- Eugenia reinwardtiana
- Eulychnia acida
- Euryale ferox
- Fackel-Ingwer
- Echte Feige
- Felsenbirne
- Feroniella lucida
 (die grünen Früchte nur gekocht)
- Feuerdorn
- versch. Ferocatus-Arten
- Freycinetia banksii
 (Ureure)
- Fuchsia boliviana
 (auch Fuchsia coccinea,
 Fuchsia splendens,
 Fuchsia regia,
 Fuchsia fulgens u. a.)
- Fukientee
 (Carmona retusa,
 Syn.: Carmona microphylla,
 Ehretia microphylla)
- Gac
 (nur gekocht)
- Gagelbaum
- Galiamelone
- Gandaria
- Garambullo
- Garcinia cowa
- Garcinia dulcis
- Garcinia prainiana
- Gardenia erubescens
- Garuga pinnata
- Gaylussacia baccata
 (versch. Gaylussacia-Arten haben ähnliche Früchte)
- Gelbe Mangostane
- Gelbe Mombinpflaume
- Gewöhnliches Afrogelbholz
 (Keine Frucht; nur Epimatium)
- Gnetum gnemon,
 Gnetum africanum,
 Gnetum buchholzianum
 (Keine Frucht; nur der Arillus)
- Goji-Beere
- Gold-Johannisbeere
- Goldpflaume
 (Ambarella)
 (Blätter als Gemüse)
- Goumi
 (auch Schmalblättrige Ölweide, Dornige Ölweide)
- Gouverneurspflaume
 (ähnlich ist Flacourtia jangomas)
- Granatapfel
- Grapefruit
- Grewia asiatica
 (Phalsa oder Falsa)
- Grias neuberthii
 (Piton)
- Große Sapote
- Grumichama
 (Grumixama)
- Grüne Sapote
- Guabiju
 (Guaviyu, Guabira)
- Guanabana
- Guave
- Guavira, Guabiroba
- Guazuma ulmifolia
 (nur junge Früchte sind essbar)
- Guettarda viburnoides
 (Veludo branco, Angélica)
- Gynochthodes umbellata
- Hagebutte
- Harrisia bonplandii
 (Datura)
- Helicostylis tomentosa
- Herrania albiflora,
 Herrania balaensis,
 Herrania nycterodendron u. a.
 (ähnliches Bild)
- Heteromeles arbutifolia
- Himbeere
- Holunder
- Holzapfel
- Honigbeere
 (Guinep, Mamoncillo, Quenepa(e))
- Honigmelone
- Hongkong-Kumquat
- Hoslundia opposita
- Hydnora africana
 (unterirdische Frucht nicht im Bild)
- Hydnora esculenta
 (unterirdische Frucht nicht im Bild)
- Hyūganatsu
- Icacina oliviformis
- Ilama
- Indische Jujube
- Indische Mandel
- Indische Oliven
 (Soh-Shang)
 (gelb-orange ist
 Elaeagnus conferta,
 rot ist Elaeagnus latifolia und Elaeagnus triflora)
 (ähnliches Bild)
- Indischer Holzapfel
- Indischer Rosenapfel
- Irvingia gabonensis
 (Afrikanische Mango)
 (auch Irvingia malayana)
- Jacaratia
- Jacaratia mexicana
 (Cuaguayote, Bonete)
- Jackfrucht
- Jaltomaten
 (versch. Jaltomata-Arten in  versch. Farben; Gelb bis Rot oder Schwarz)
- Japanische Kopfeibe
 (Keine Frucht; nur der Arillus)
- Japanische Quitte
- Japanische Wollmispel
 (Loquat, Nespoli)
- Japanische Rosine
- Jateorhiza macrantha
- Javaapfel
- Jenipapo
- Johannisbrot
- Jostabeere
- Jujube
- Kadsura japonica
- Kaffernlimette
- Kaffirpflaume
- Kakao
- Kaki
 (Persimone, Sharonfrucht)
- Kaktusfeige
 (versch. Opuntien- oder Cylindropuntia-Arten oder Brasiliopuntia brasiliensis und Tacinga palmadora)
- Kanaren-Glockenblume
- Känguruapfel
 (siehe auch Buschtomate)
- Kanonenkugelbaum
 (nur für ganz unempfindliche; noch schlimmer als Noni)
- Kapstachelbeere
 (Poha Beere)
 (versch. Physalis-Arten haben ähnliche Früchte)
- Karaka
- Karamellbeere
- Karanda (Koranda)
- Karandapflaume
- Kassie
 (auch Cassia leiandra; noch grün)
- Katamfe
- Keiapfel
- Kerzenbaum
- Keule
- Khirni
- Kirsche
- Kirscheiben
 (Pflaumen-Steineibe u. a.)
 (Keine Frucht nur der Arillus)
- Kirschpflaume
- Kiwano
 (Horngurke)
- Kiwi
- Kokospflaume
- Kokum
- Kornelkirsche
- Köstliches Fensterblatt
- Kreuzbeere
- Kulturheidelbeere
- Kumquat
- Kunzea pomifera
- Kupfer-Felsenbirne
- Landolphia heudelotii
- Lannea edulis
 (ähnlich ist Lannea schimperi)
- Lansi
- Lantana trifolia
- Lapsi
- Lebkuchenbeere  (Hyphaene coriacea, Hyphaene thebaica)
- Leea indica
- Leprafrucht
 (Sapucainha)
- Leptecophylla juniperina
- Echte Limette
- Litschi
- Litsea glutinosa
 (ähnliches Bild)
- Longan
- Loganbeere
- Lotuspflaume
- Lotuspflaume, Lotusbeere
 (Amerikanischer Zürgelbaum, Europäischer Zürgelbaum)
- Lotuspflaume, Wilde Jujube (Ziziphus lotus)
- Lulo
 (Naranjilla)
- Luo Han Guo
- Lycianthes pilifera,
 Lycianthes repens
 (ähnliches Bild)
- Mabolo
- Madhuca longifolia
 (Mahua, Mohua)
- Madruno
 (Ocoro)
- Magnolienfrucht
- Mahonie
- Malus fusca
- Mammiapfel
- Mandarine
- Mangaba
 (Mangabeira)
- Mango
- Mangostane
- Mangrovenapfel
- Manila Tamarinde
 (Guamúchil)
- Manilkara huberi
- Manzanilla
- Maquibeere
- Marmeladenfrucht
- Marula
- Maulbeer-Feige
- Melancium campestre
- Melastoma malabathricum
- Melodorum leichhardtii
- Membrillo
 (inneres Fruchtfleisch)
- Meyna spinosa
- Milchpflaume
- Mimusops balata
- Mirabelle
- Mispel
- Moltebeere
- Mongongo
- Moquilea salzmannii
- Muntingia
 (Jamaikakirsche, Panama-Beere)
- Myrianthus arboreus
- Myrteola nummularia
- Myrtus communis
- Froschfrucht
 (Nam-Nam)
- Nance
 (versch. Bysonima-Arten haben ähnliche Früchte)
- Nara
- Nashi
- Natalpflaume
- Nauclea latifolia
- Nektarine
- Netzannone
 (Ochsenherz)
- Netzmelone
- Niem
- Nitraria billardierei
 (ähnlich sind Nitraria retusa,
 Nitraria schoberi)
- Num Num
- Nutka-Himbeere
- Nipa
- Noni
- Ogeche
 (Ogeechee)
 (meist gekocht oder als Saft)
- Olive
- Oncoba spinosa
 (ähnlich ist Oncoba tettensis)
- Ongokea gore
- Orange
- Orangenbeere
- Orangenkirsche
- Oregonpflaume
- Osyris compressa
- Pampelmuse
- Pandanus, Hala
 (Pandanus tectorius,
 Pandanus edulis,
 Pandanus odorifer)
- Pandanus conoideus
- Pangi
- Papau
 (Pawpaw)
- Papaya
- Papayuelo
 (Rote)
- Papiermaulbeerbaum
- Pappea capensis
- Pappelpflaume
- Parahancornia surrogata
- Parinari curatellifolia
- Parmentiera aculeata
- Passionsfrucht
 (Gelbe Granadilla, Maracuja)
- Passionsfrucht
 (Purpurgranadilla, Maracuja)
- Pepino
 (Melonenbirne)
- Pequi
 (nur gekocht; nur inneres Mesokarp)
- Peritassa campestris
 (unreif; reif sind sie orange)
- Perlbeere
- Pereskia aculeata
- Peumo
- versch. Pfefferfrüchte
 (Piper excelsum,
 Piper peltatum,
 Piper umbellatum,
  Piper regnellii)
- Pfirsich
- Pfirsichpalme
 (versch. Bactris-Arten haben ähnliche Früchte)
 (roh oder gekocht)
- Pflaume
 (ähnlich ist
 Amerikanische Wildpflaume)
- Phaleria capitata
 (ähnliches Bild)
- Phoebe cooperiana
 (meist gekocht)
- Pindaiba
- Pipturus argenteus
- Pistazienfrüchte
 (Pistacia atlantica,
 Pistacia terebinthus,
 Pistacia khinjuk,
 Pistacia eurycarpa)
- Pitahaya
 (Gelbe Drachenfrucht)
- Pitahaya
 (Rote Drachenfrucht)
- Pitomba
 (versch. Talisia-Arten haben ähnliche Früchte)
- Pittosporum spinescens
 (Syn.: Citriobatus spinescens)
- Planchonella sandwicensis
 (Syn: Pouteria sandwicensis)
- Plinia edulis
 (Cambucá)
- Pluot, Plumcots
- Podocarpus elatus
 (Keine Frucht; nur Podocarpium und Epimatium)
 (ähnlich ist
 Neuseeländische Warzeneibe)
- Podocarpus totara
 (Keine Frucht; nur rotes Podocarpium)
- Pokastrauch
 (Susumba)
- Pomelo
- Pomeranze
- Pometia pinnata
- Posoqueria latifolia
- Pouteria torta
- Pradosia lactescens
- Prainea limpato
 (reif gelb-orange)
- Preiselbeere
- Pseudolulo
- Puca
 (Pusa)
- Quandong
 (ähnlich ist Santalum spicatum)
- Quitte
- Rambai
- Rambutan
- Raphia farinifera
 (ähnlich sind Raphia hookeri, Raphia sese)
 (nur gekocht)
- Rauvolfia grandiflora
- Regenwaldpflaume
- Renealmia alpinia
- Reneklode
- Rhodomyrtus tomentosa
- Rimu-Harzeibe
 (Keine Frucht; nur der Arillus)
- Rio-Grande Kirsche
- Rosenapfel
 (Syzygium cumini)
- Rosenapfel
 (Syzygium jambos)
- Rote Heidelbeere
- Rote Johannisbeere
 (Ribisel)
- Rote Krähenbeere
- Rote Mombinpflaume
- Roter Durian
- Roter Holunder
- Saba senegalensis
 (Saba, Kaba)
 (ähnlich ist Saba comorensis)
- Sago
- Saguaro
- Salacia elliptica
- Salak
- Salpichroa origanifolia
- Samt Tamarinde
 (Dialium cochinchinense,
 Dialium indum)
- Sanddorn
- Sanky
- Santalum album
 (ähnlich ist Santalum lanceolatum)
- Santol
- Satsuma
- Sauerkirsche
- Schakalbeere
- Schattenmorelle
 (Weichsel)
- Schildförmiges Fußblatt
 (Mandrake, Maiapfel)
 (bot. Modell)
- Schlehe
- Schleichera oleosa
 (Kusum)
- Schleimapfel
- Schwarze Brustbeere
- Schwarze Himbeere
- Schwarze Johannisbeere
- Schwarze Maulbeere
- Schwarze Sapote
- Schwarzer Nachtschatten
 (nur vollreif und gekocht)
- Schwedische Mehlbeere
- Shallon-Scheinbeere
- Simarouba amara
- Solanum sisymbriifolium
 (Litschi-Tomate)
- Soncoya
- Sorindeia madagascariensis
- Spanische Kirsche
- Speierling
- Stachelannone
- Stachelbeerbaum
 (Grosella, Sapra)
- Stachelbeere
- Stauntonia hexaphylla
 (Mube)
- Steinbeere
- Stelechocarpus burahol
- Sternapfel
- Sternfrucht
- Stinkende Mango
- Streblus asper
- Surinamkirsche
- Süße Granadilla
- Swartzia langsdorffii
 (Arillus)
- Symphonia globulifera
- Syrischer Christusdorn
- Syzygium polycephalum
- Tamarillo
 (Baumtomate)
- Tamarinde
- Tandam
- Tapia
- Terminalia chebula
- Thespesia garckeana
- Tindola
 (Scharlachranke)
 (unreif auch als Gemüse oder Salat)
- Toddalia asiatica
- Tropische Aprikose, Ketcot (Dovyalis abyssinica × Dovyalis hebecarpa)
- Tucuma
 (ähnlich sind
 Astrocaryum aculeatum und Astrocaryum murumuru)
- Uapaca kirkiana
 (Miombo)
- Ugli
- Ugni myricoides
- Umbu
- Ume
- Uni
 (Murta, Murtilla)
- Vangueria madagascariensis
 (ähnlich ist Vangueria infausta)
- Virginische Traubenkirsche
- Vitex doniana
- Vitex megapotamica
- Vogelbeere
- Wacholder
 (Keine Frucht; Beerenzapfen)
- Wald-Erdbeere
- Wampi
- Wasserapfel
 (Syzygium malaccense,
 Syzygium aqueum)
- Wassermelone
- Wasserzitrone
- Weintraube
- Weiße Johannisbeere
 (Weiße Ribisel)
- Weiße Maulbeere
- Weiße Sapote
- Wilde Aprikose
 (versch. Ancylobothrys-Arten haben ähnliche Früchte)
- Wilde Guave
 (Purui)
- Wilde Mango
- Wolfsapfel
- Wombatbeere
 (auch die Wurzelknollen)
- Wunderbeere
- Wüstendattel
- Ximenia caffra
- Yantok
 (versch. Calamus- oder Daemonorops-Arten haben ähnliche Früchte)
- Yucca aloifolia
- Yuzu
- Zahnbürstenbaum
 (junge Blätter auch als Salat oder Gemüse)
- Zimtapfel
- Zitronatzitrone
- Varietät der Zitronatzitrone „Buddhas Hand“
 (Citrus medica var. sarcodactylis)
- Zitrone
- Zitronenbeere
- Zibarte
 (Gelbe)
- Ziziphus mucronata
- Zwetschge
 (Zwetschke)

## Gemüse

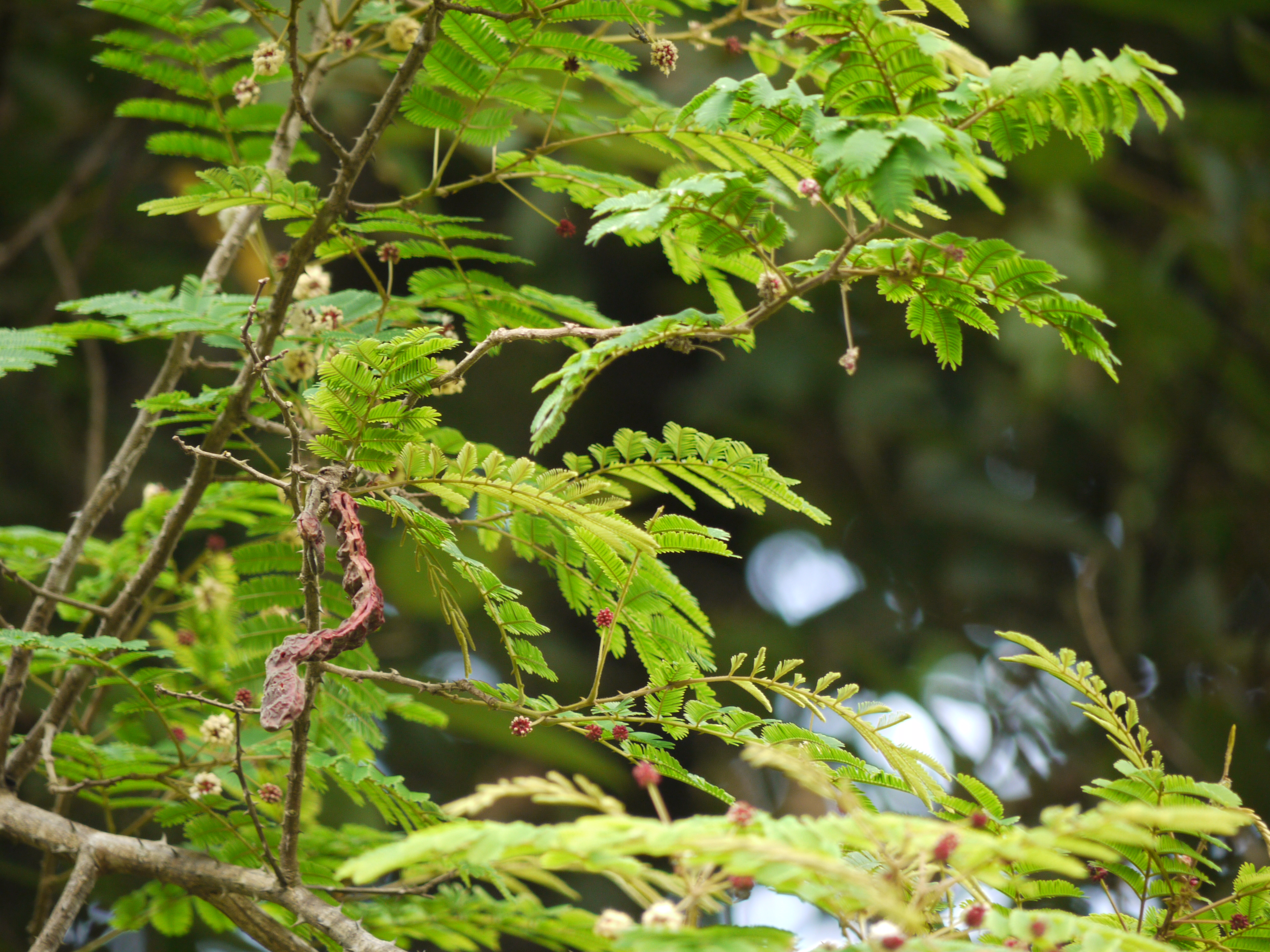
Acacia concinna (Syn.: Senegalia rugata) (Blätter und Früchte)
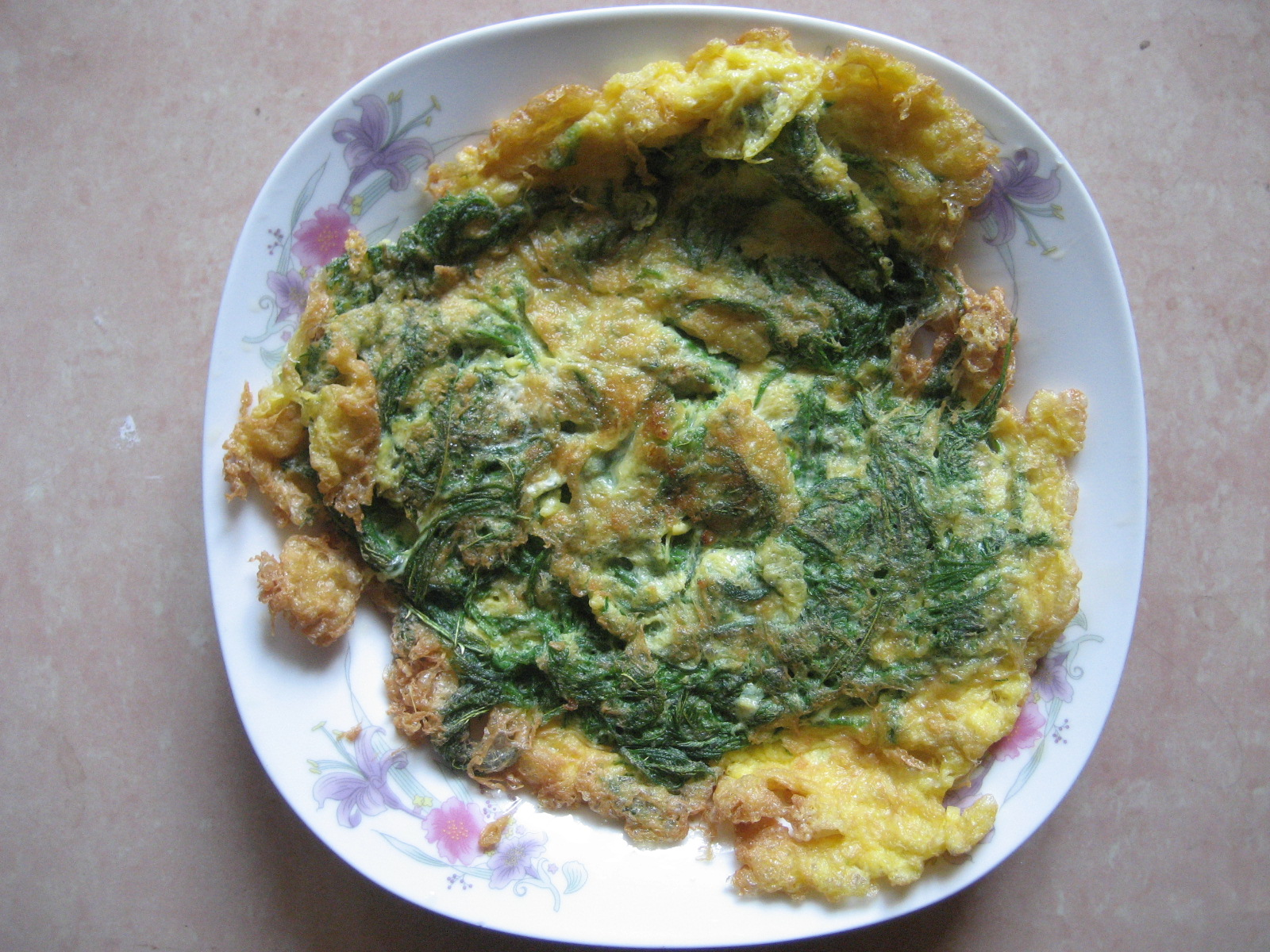
Acacia pennata
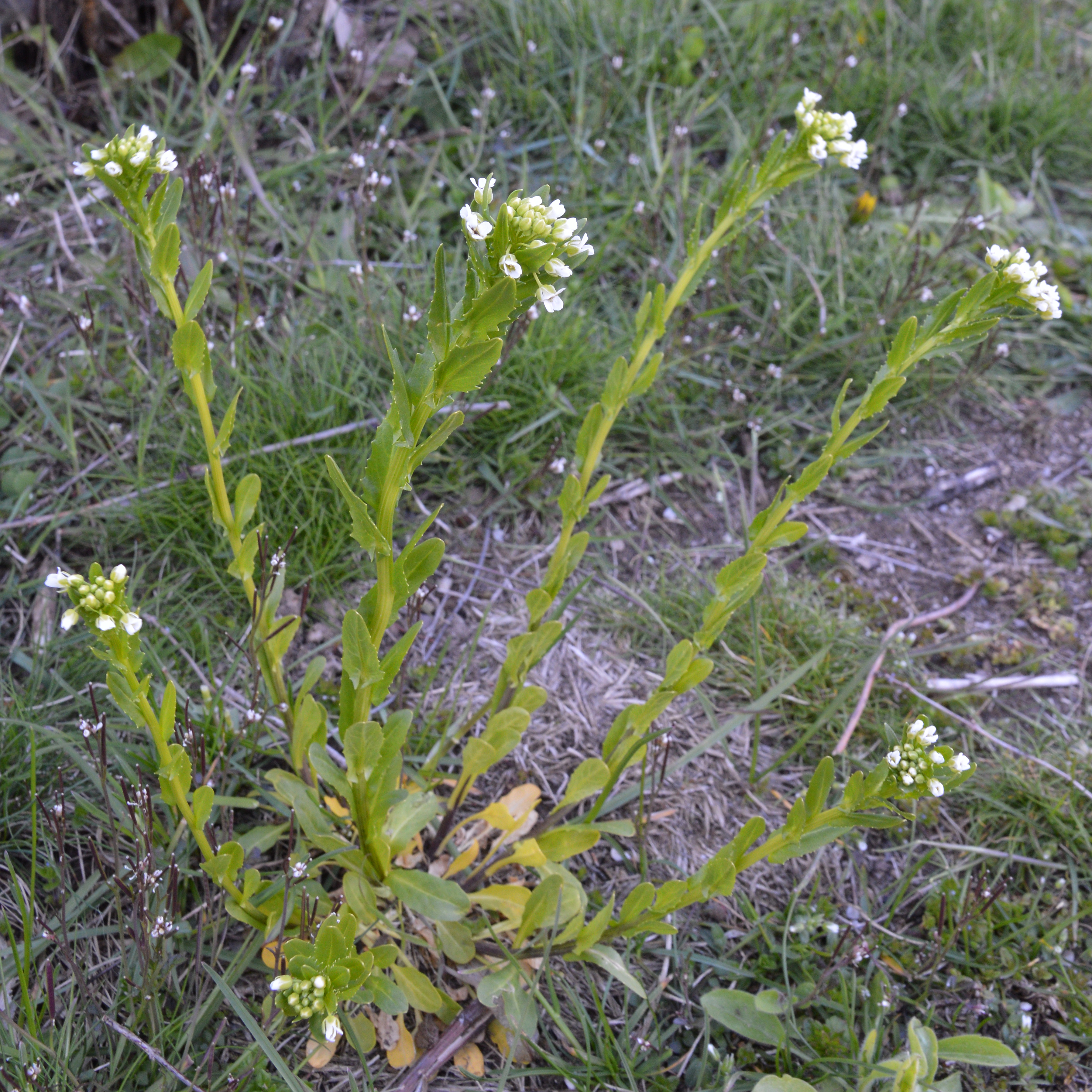
Acker-Hellerkraut
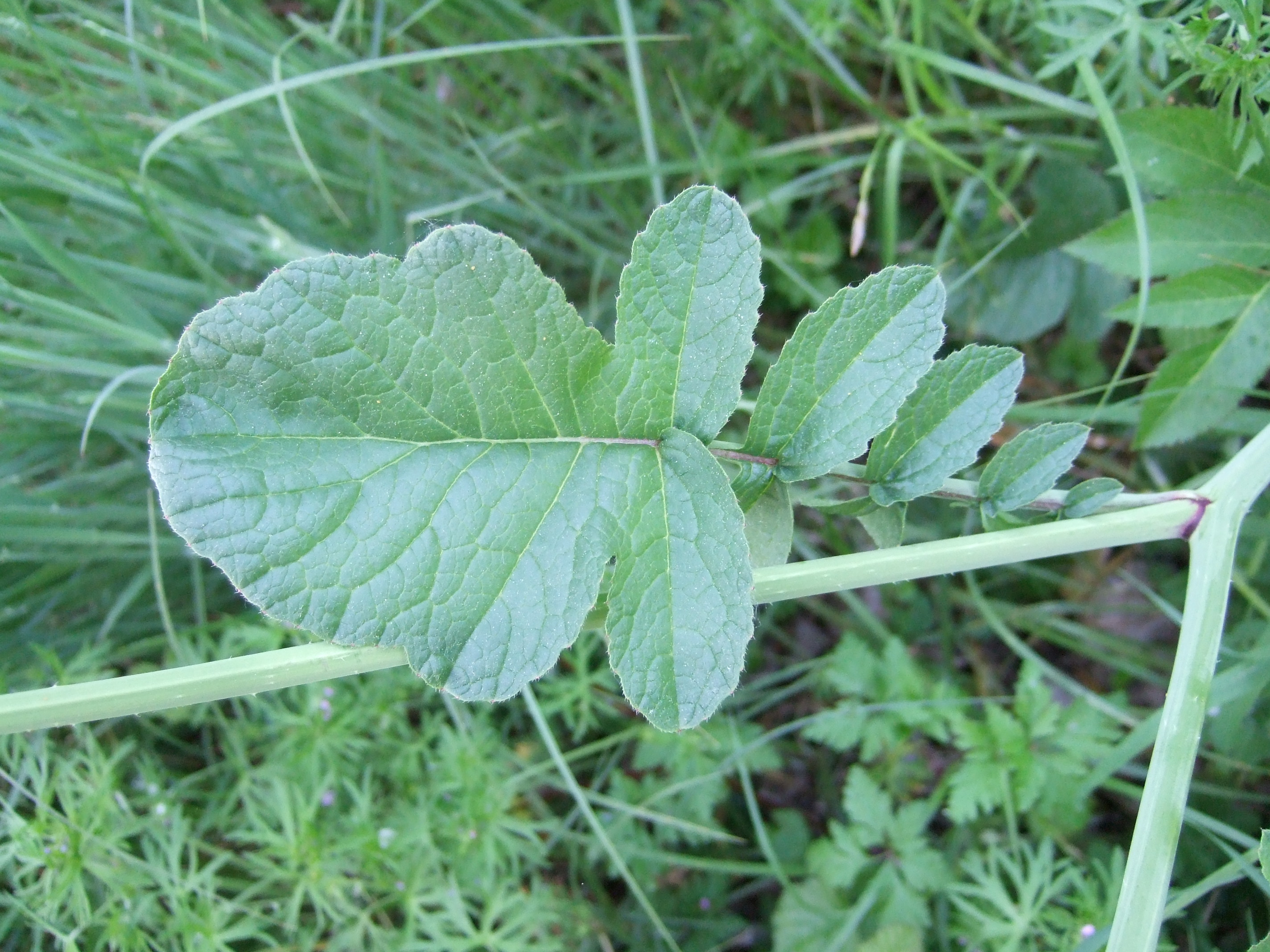
Acker-Rettich (Blätter)
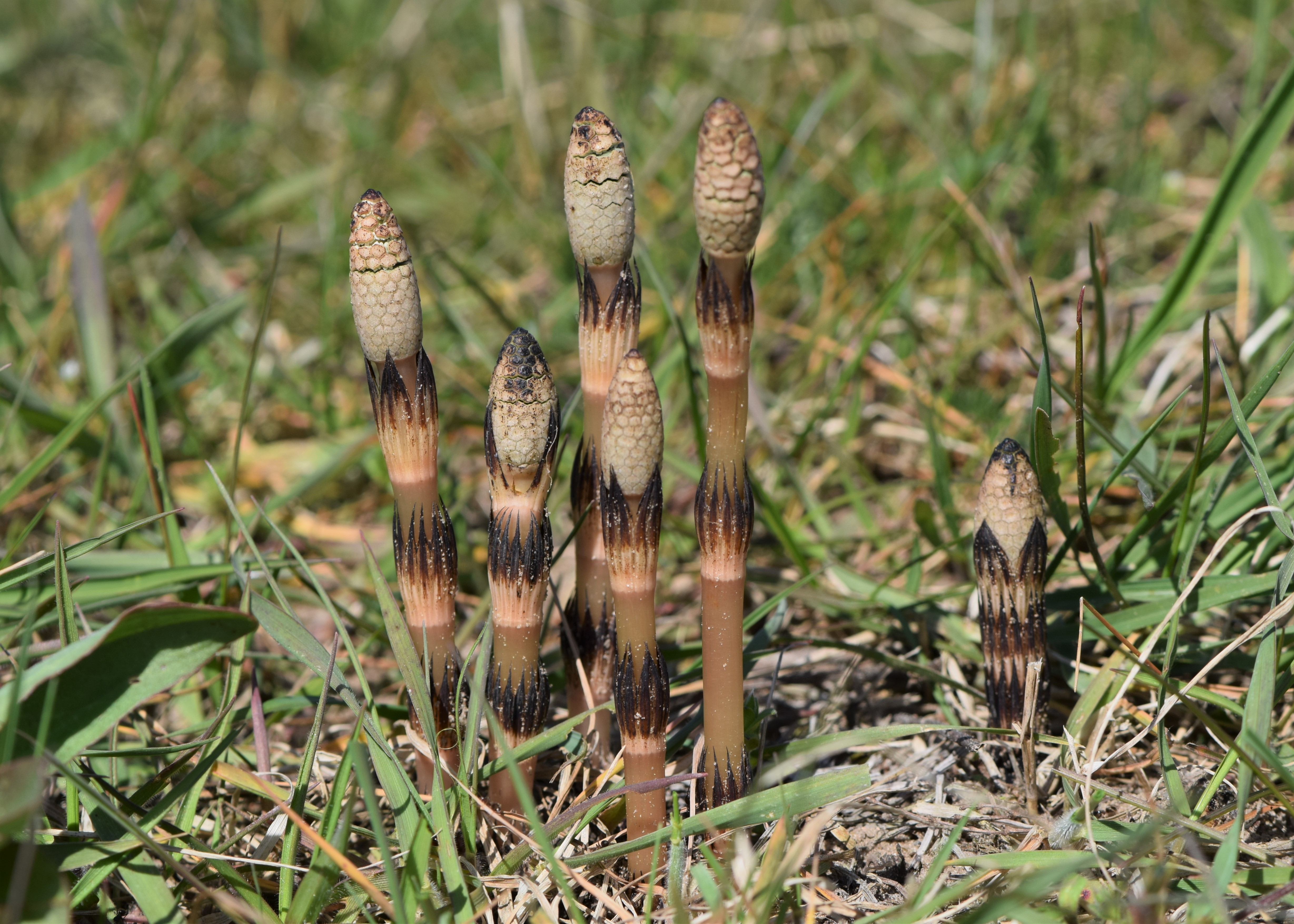
Acker-Schachtelhalm (junge Sprossen)
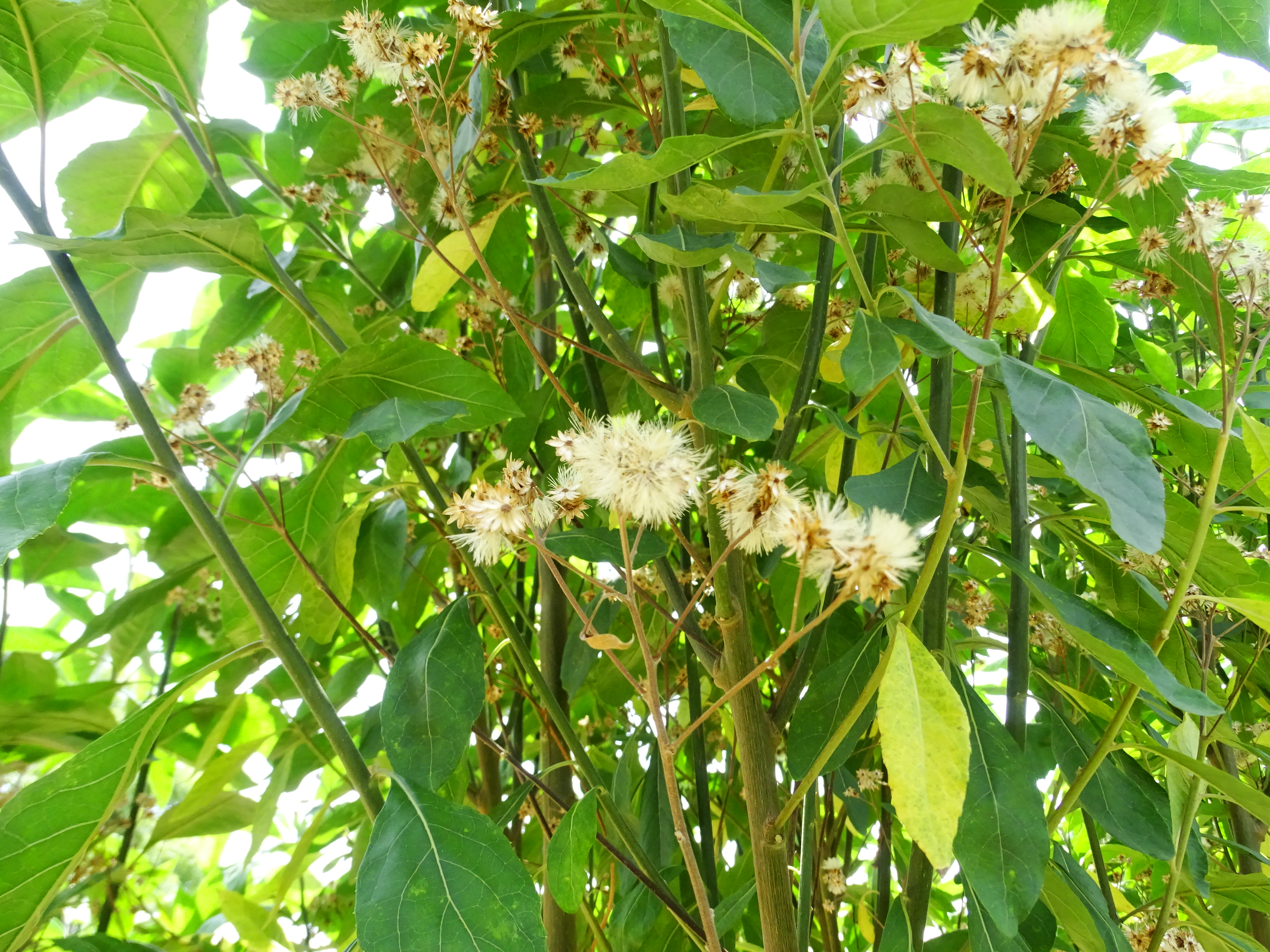
Afrikanische Blattgemüse (Bitterblatt Gymnanthemum amygdalinum Syn.: Vernonia amygdalina), (Süßes Bitterblatt Baccharoides hymenolepis), (in Nigeria auch Pterocarpus soyauxii, Gongronema latifolium), Piper guineense, Atama (Heinsia crinita), Editan (Lasianthera africana)
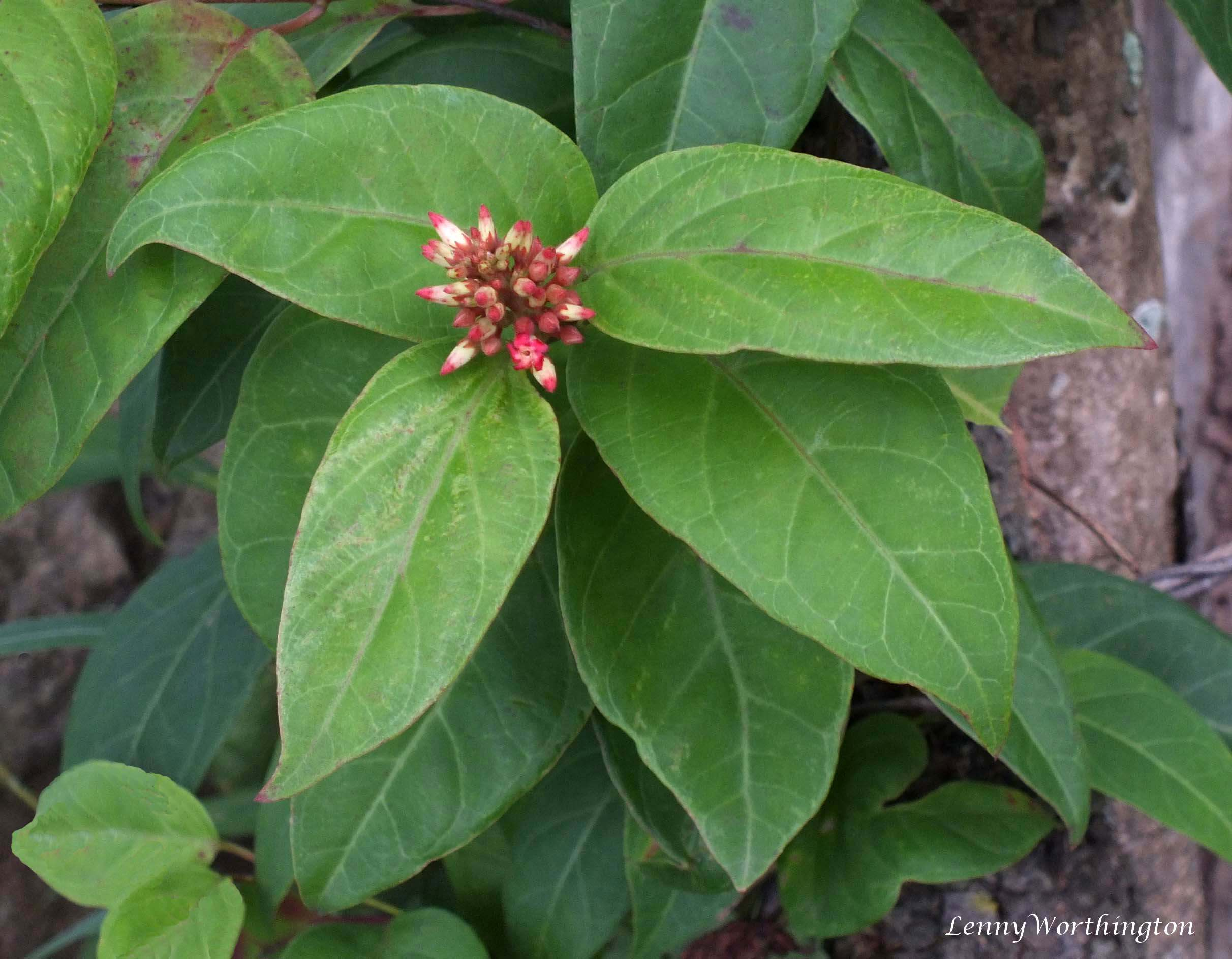
Aganonerion polymorphum (La giang)
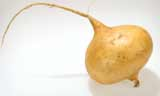
Ahipa
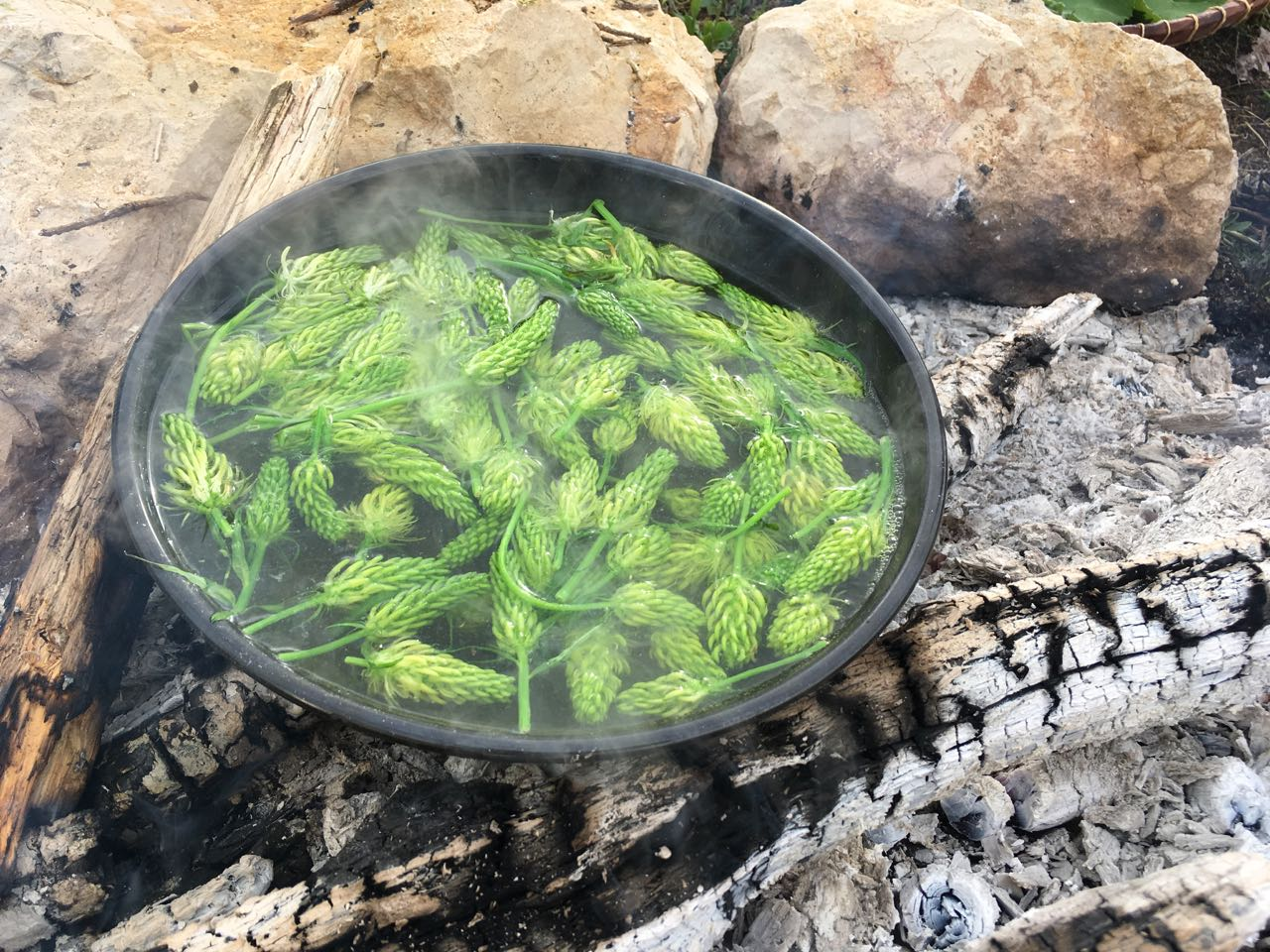
Ährige Teufelskralle (junge Blätter, Blütensprossen und Wurzeln)
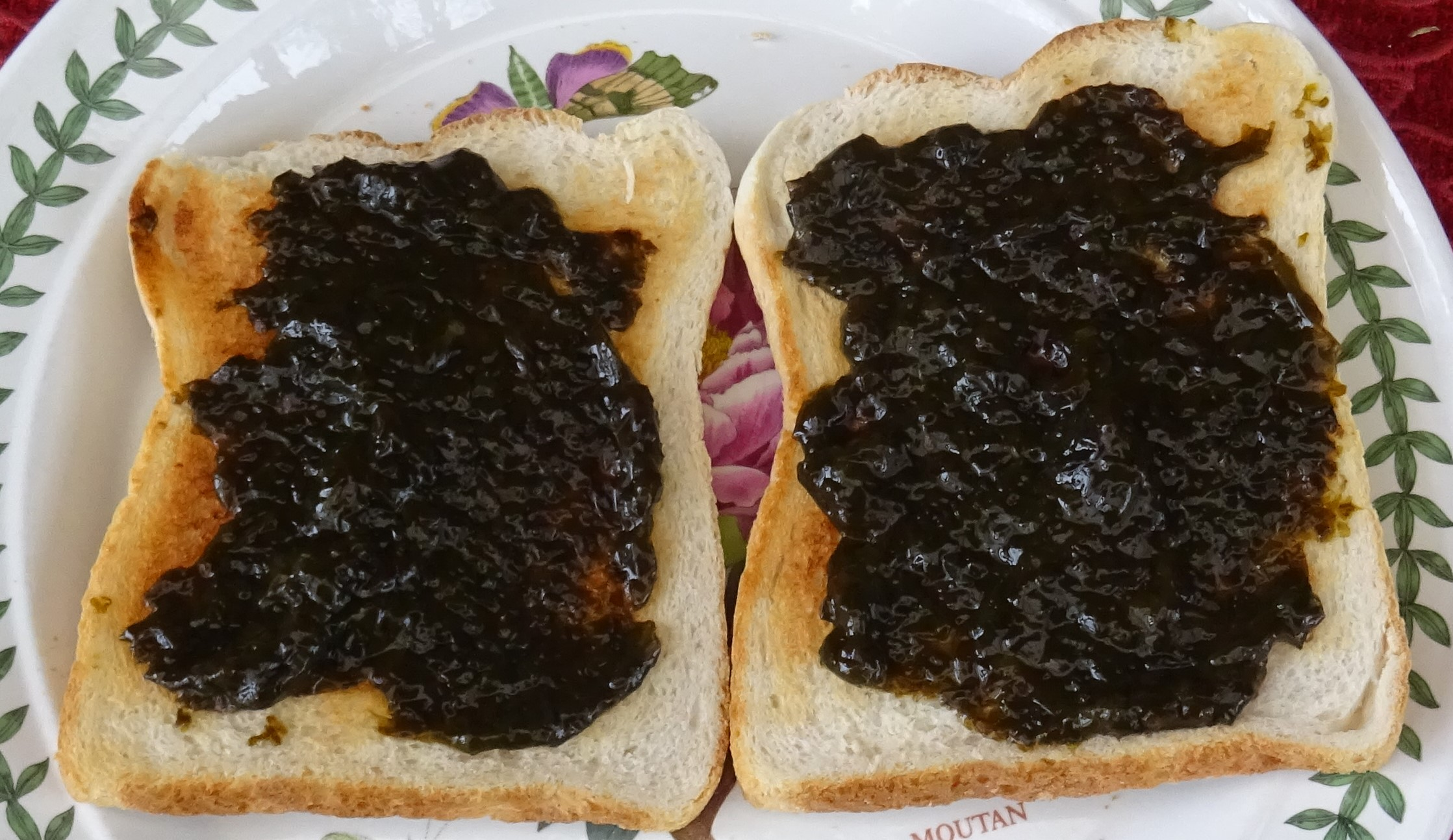
versch. Algen
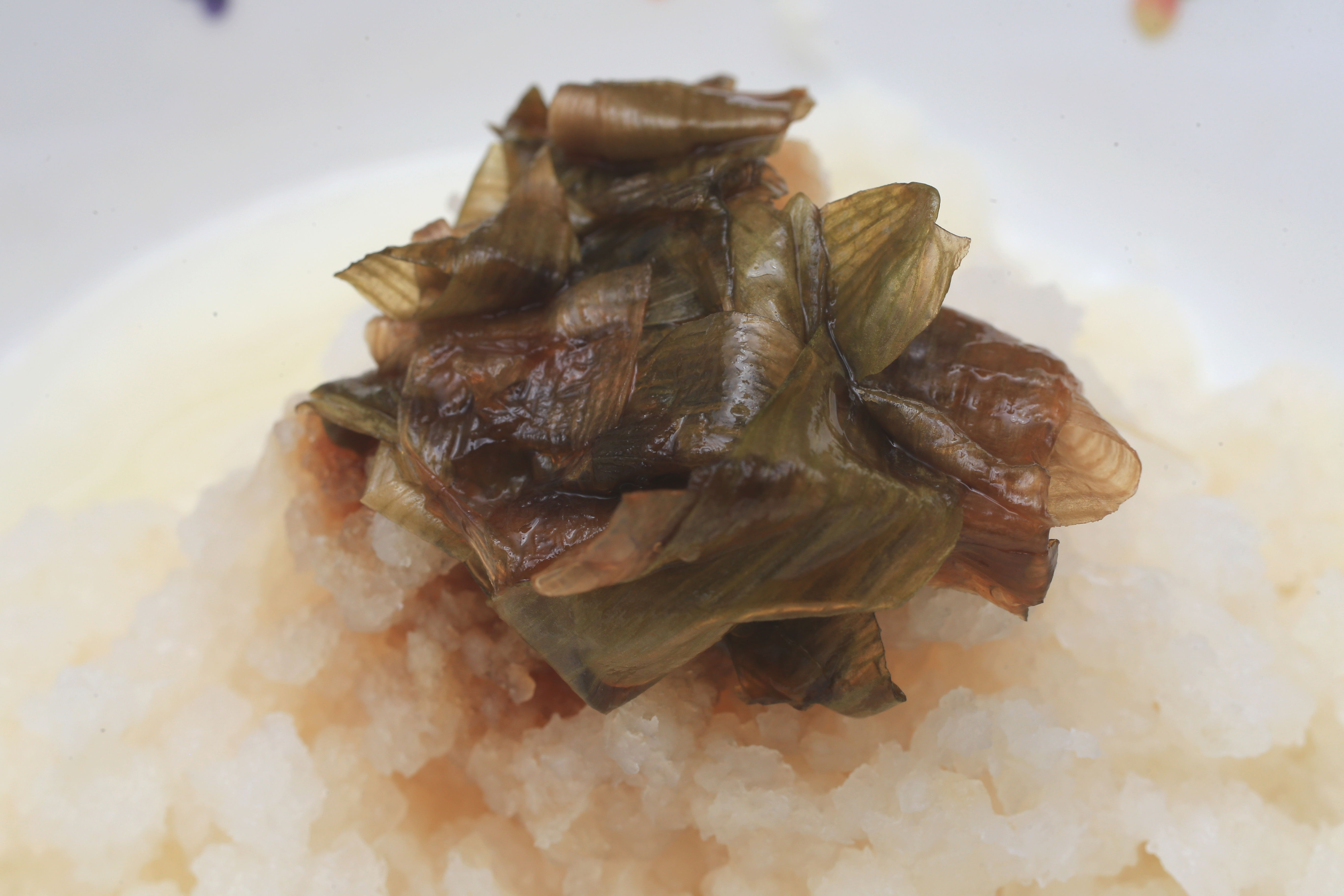
Allermannsharnisch (Stängel und Blätter sowie die Zwiebeln)
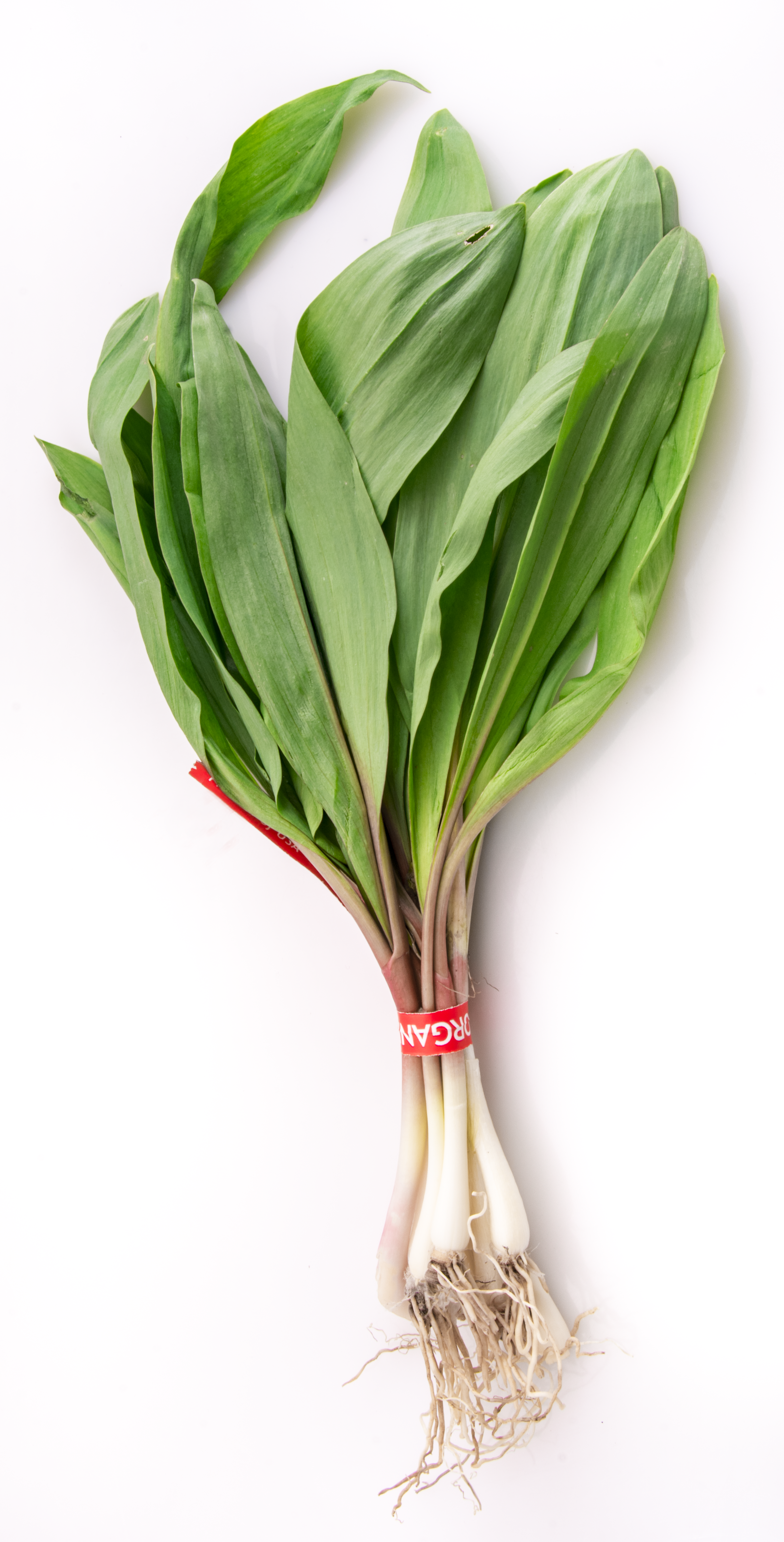
Allium tricoccum (Ramps) (ähnlich ist Allium ochotense)
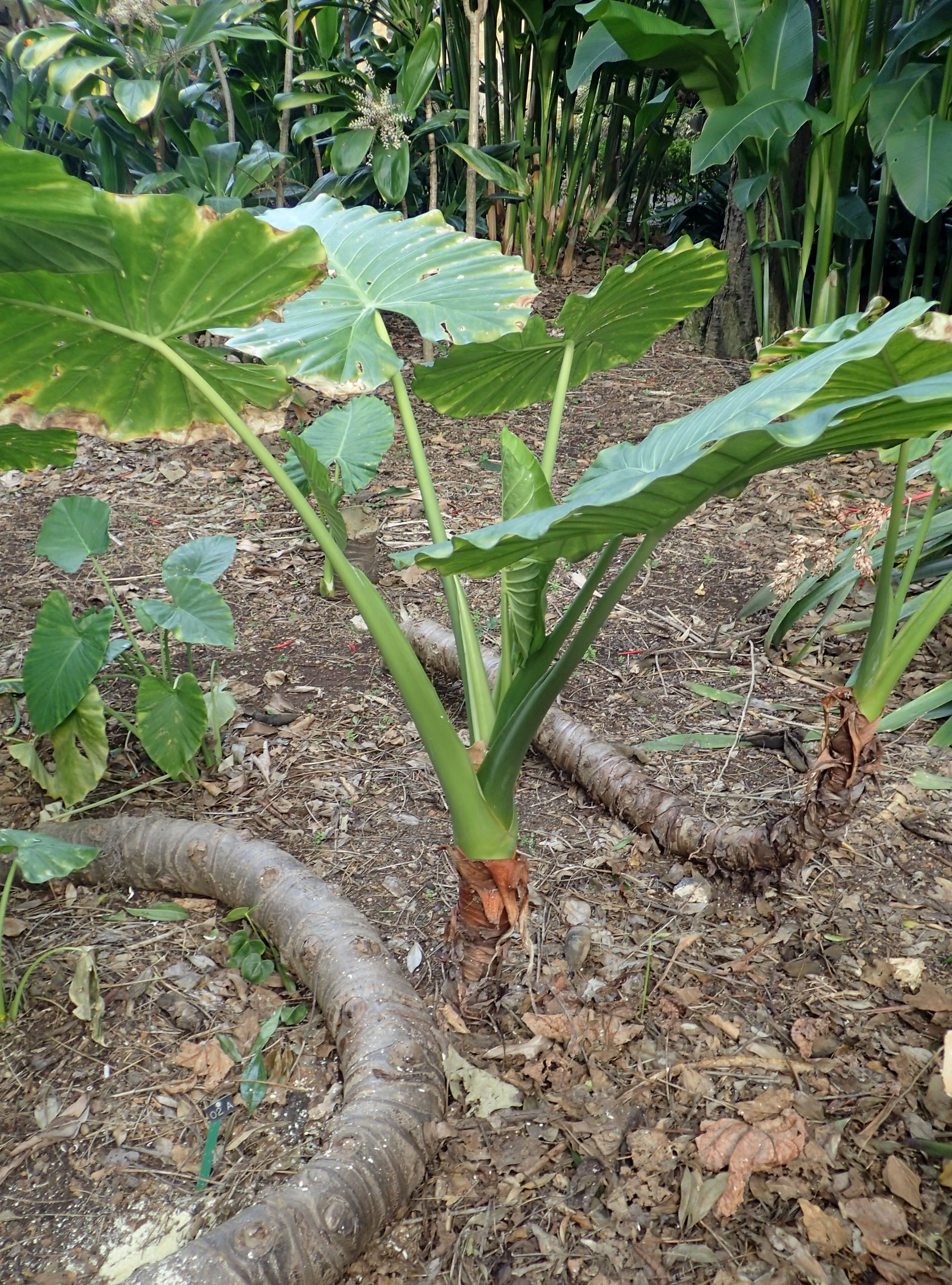
Alocasia odora (Bac ha, Galadium) (ähnlich sind Tarostängel) (Stängel)
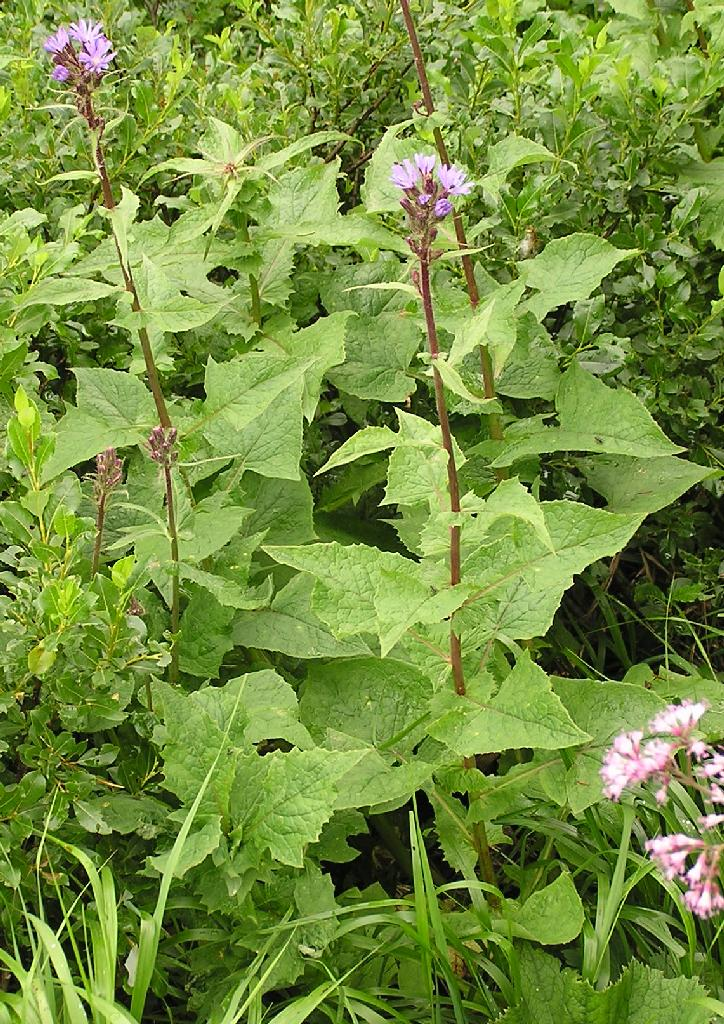
Alpen-Milchlattich (junge Sprossen und Blätter)
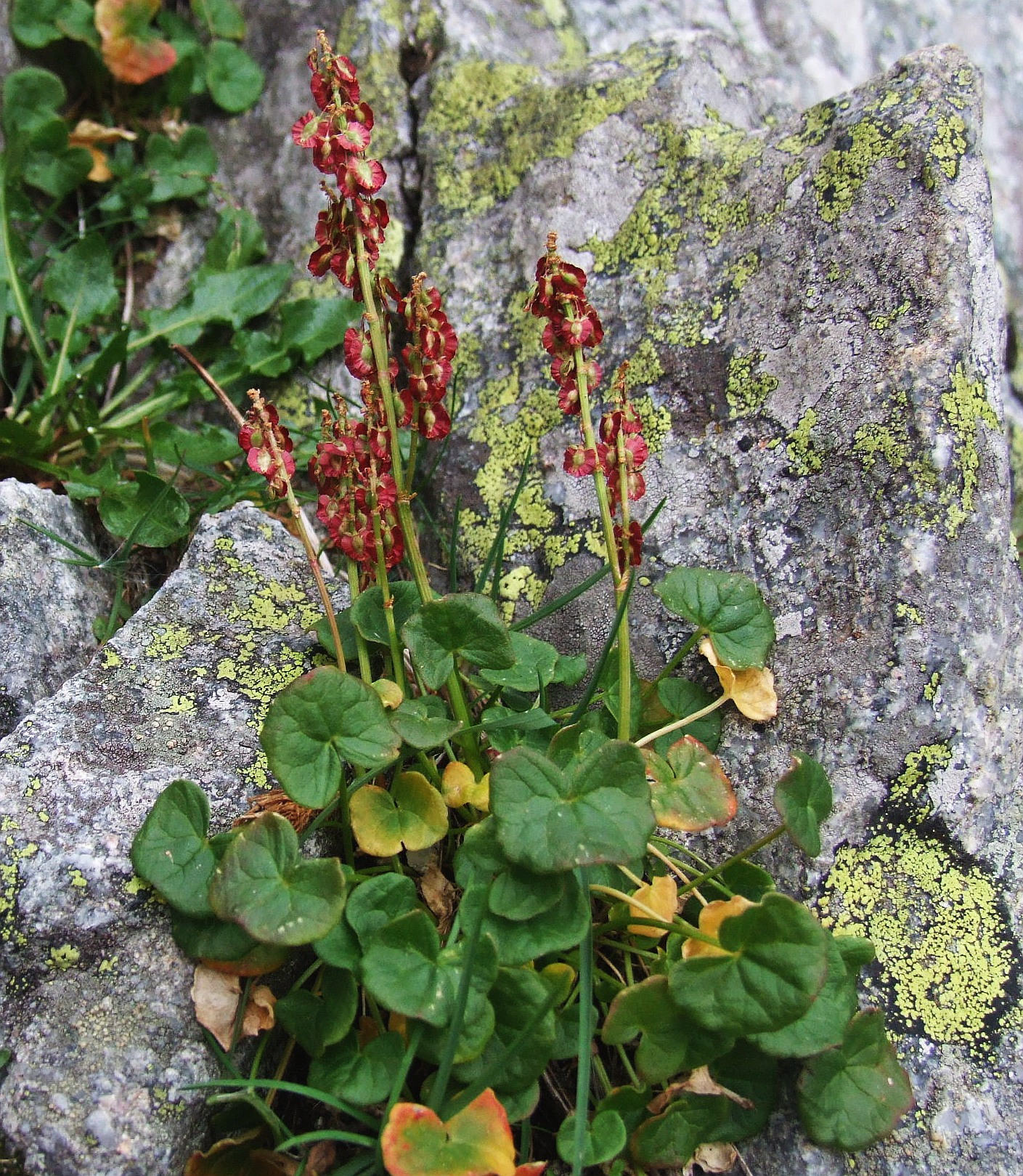
Alpen-Säuerling (Blätter)
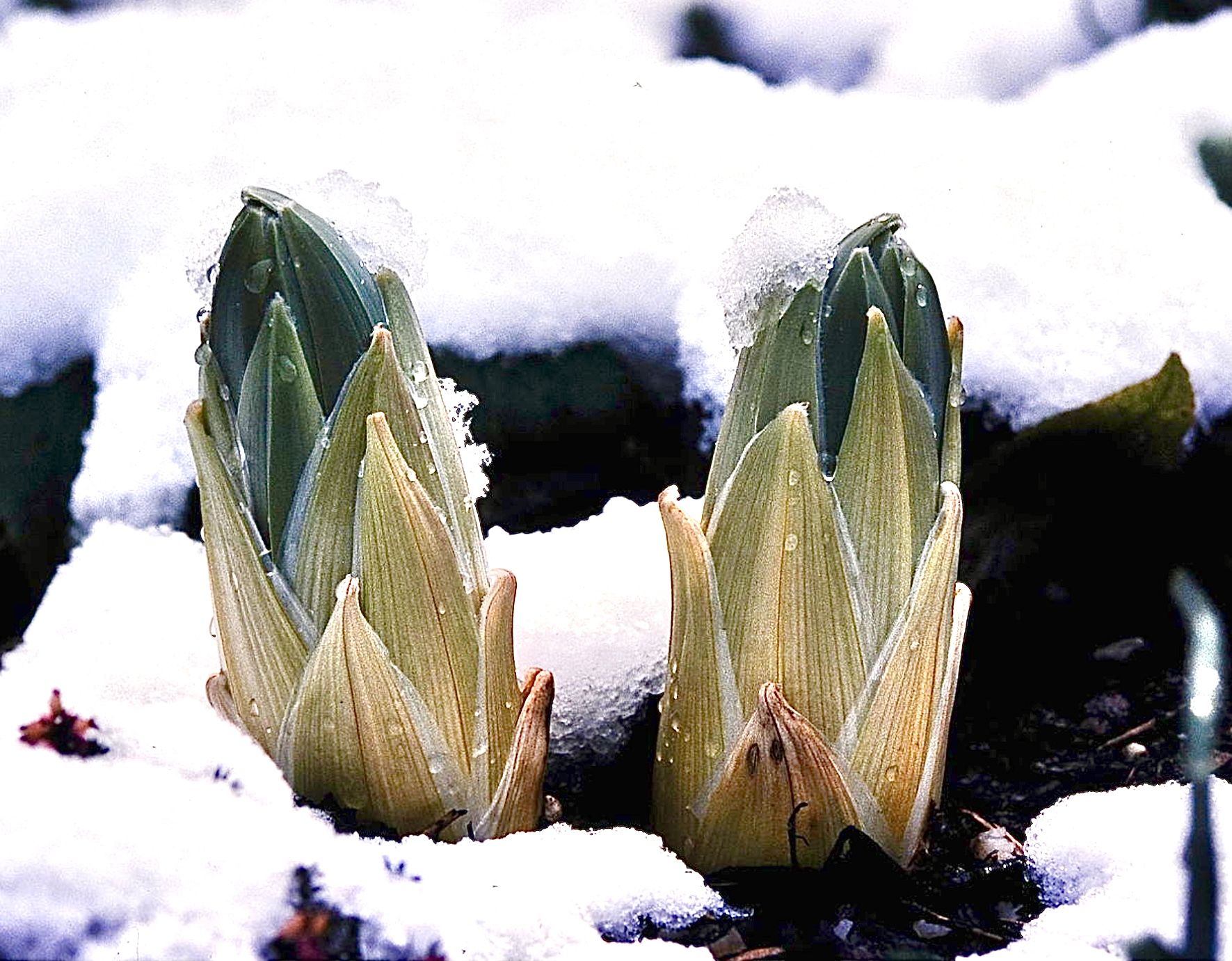
Ansehnliche Steppenkerze (junge Sprossen) (ähnliches Bild)
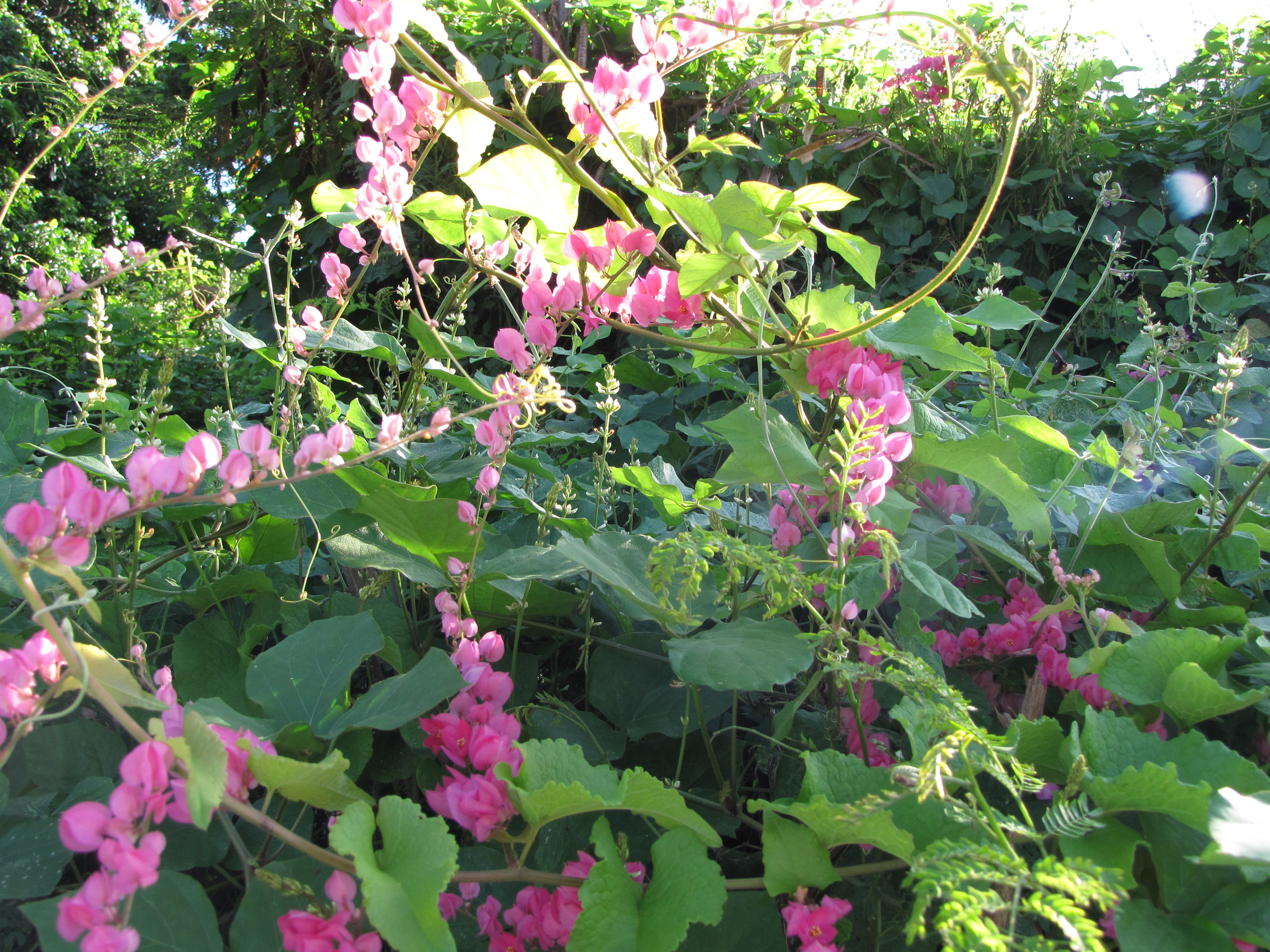
Antigonon leptopus (Knollen, Blätter und Blüten)
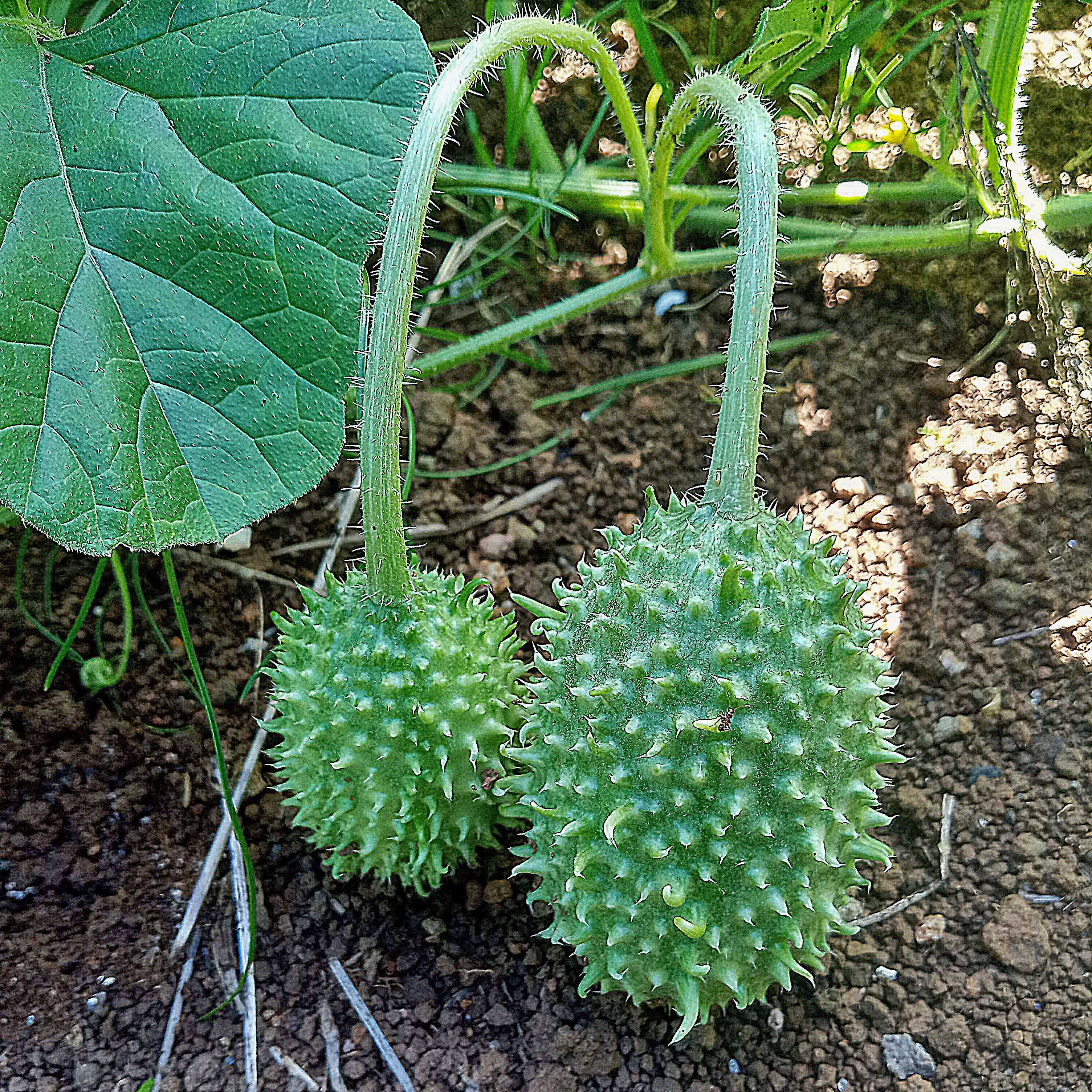
Antillengurke (Maxixe, Gherkin)
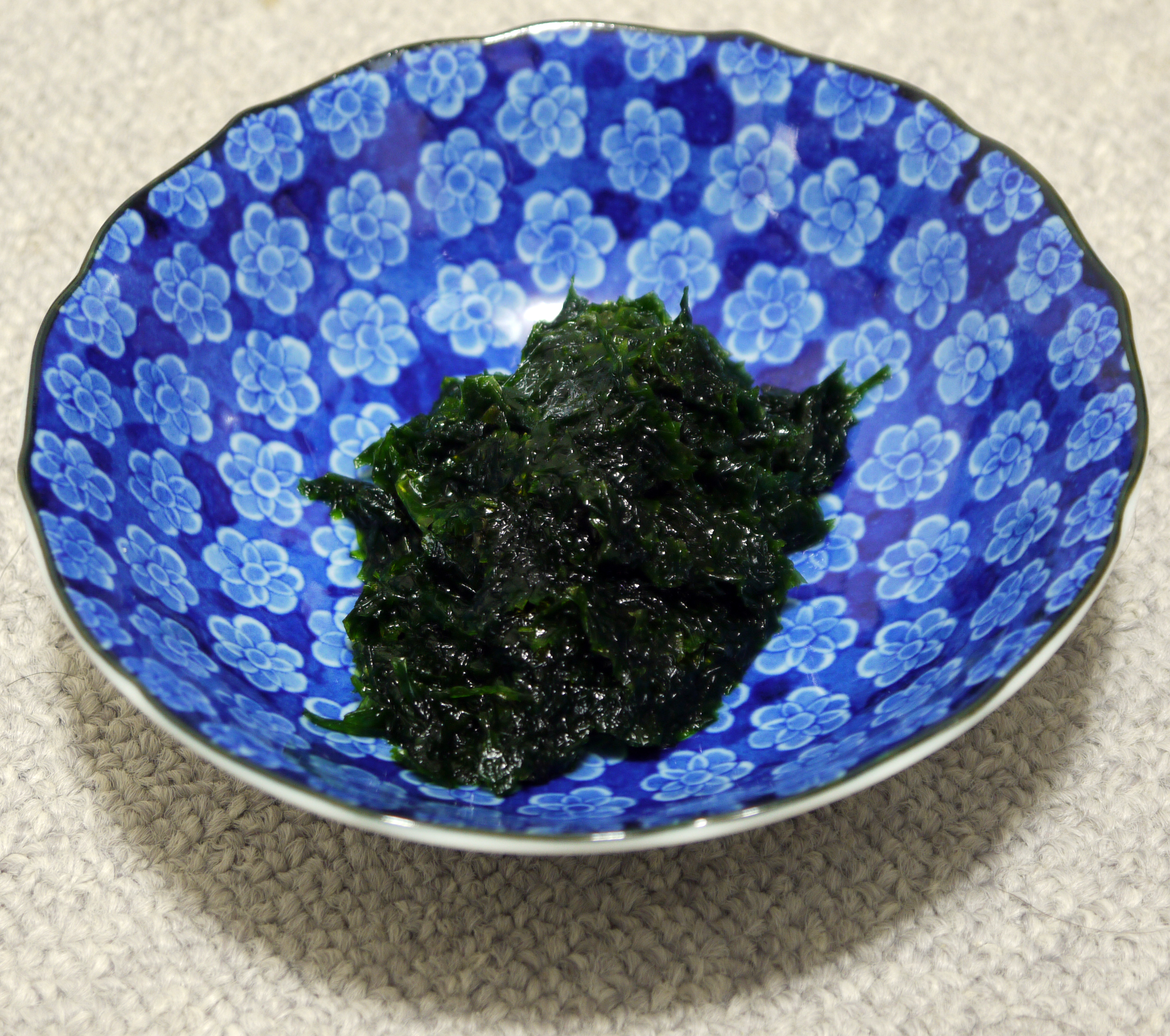
Aonori
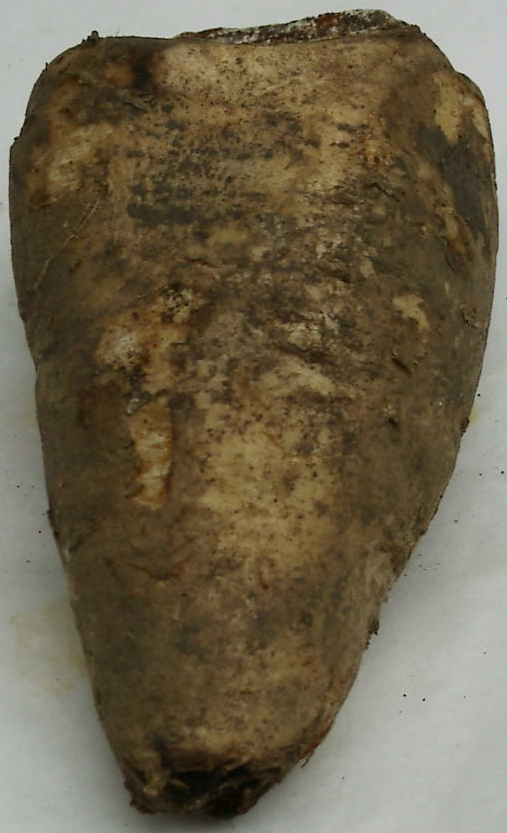
Arakacha
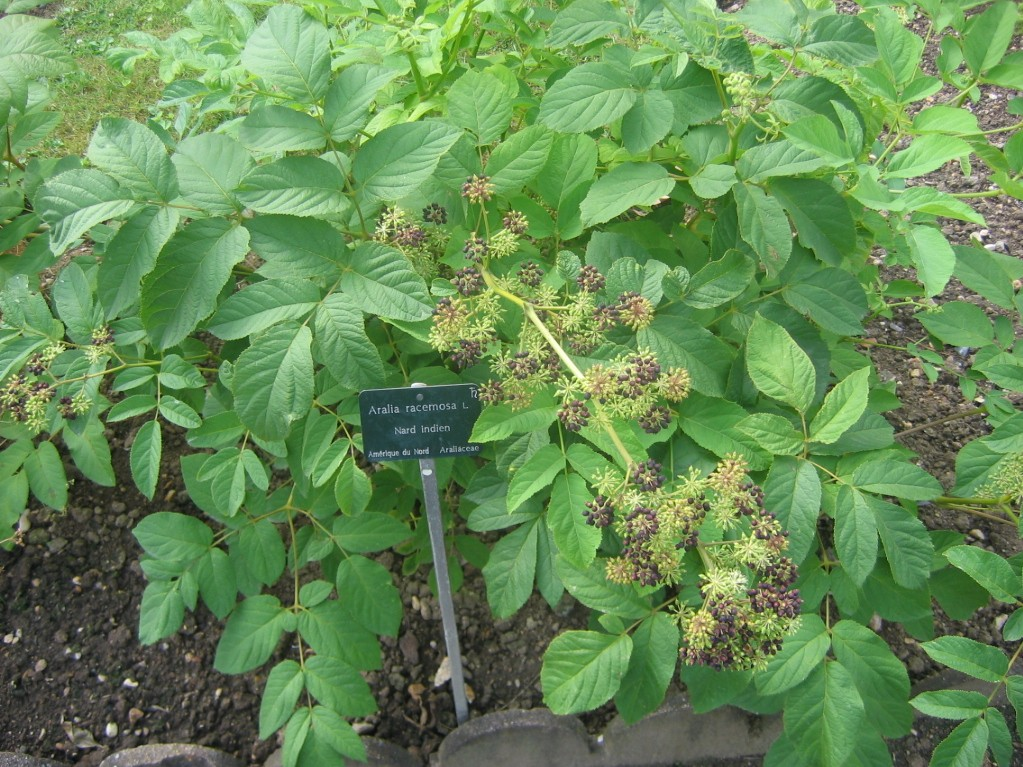
Aralia racemosa (die Wurzeln werden verwendet; nicht im Bild)
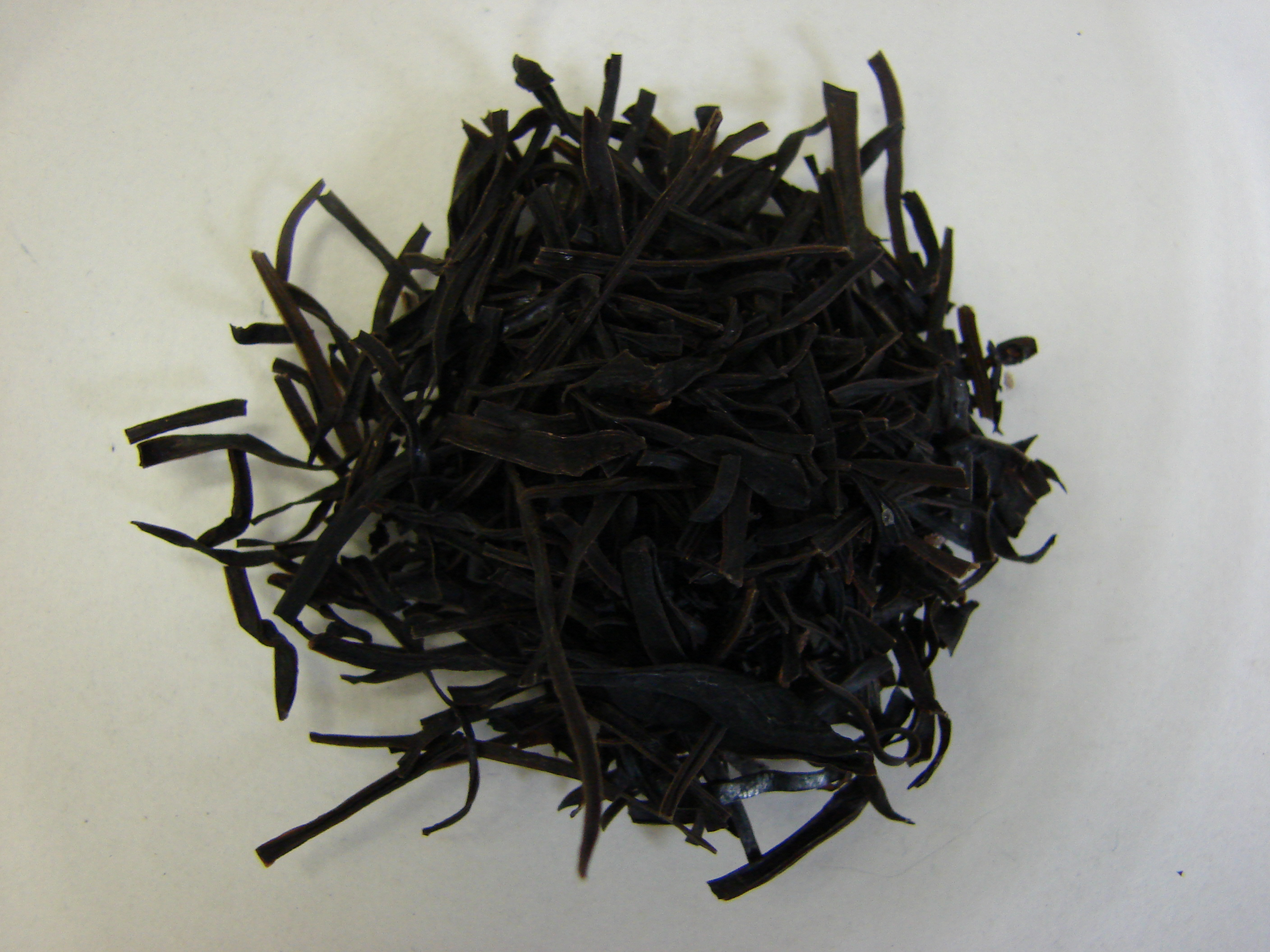
Arame
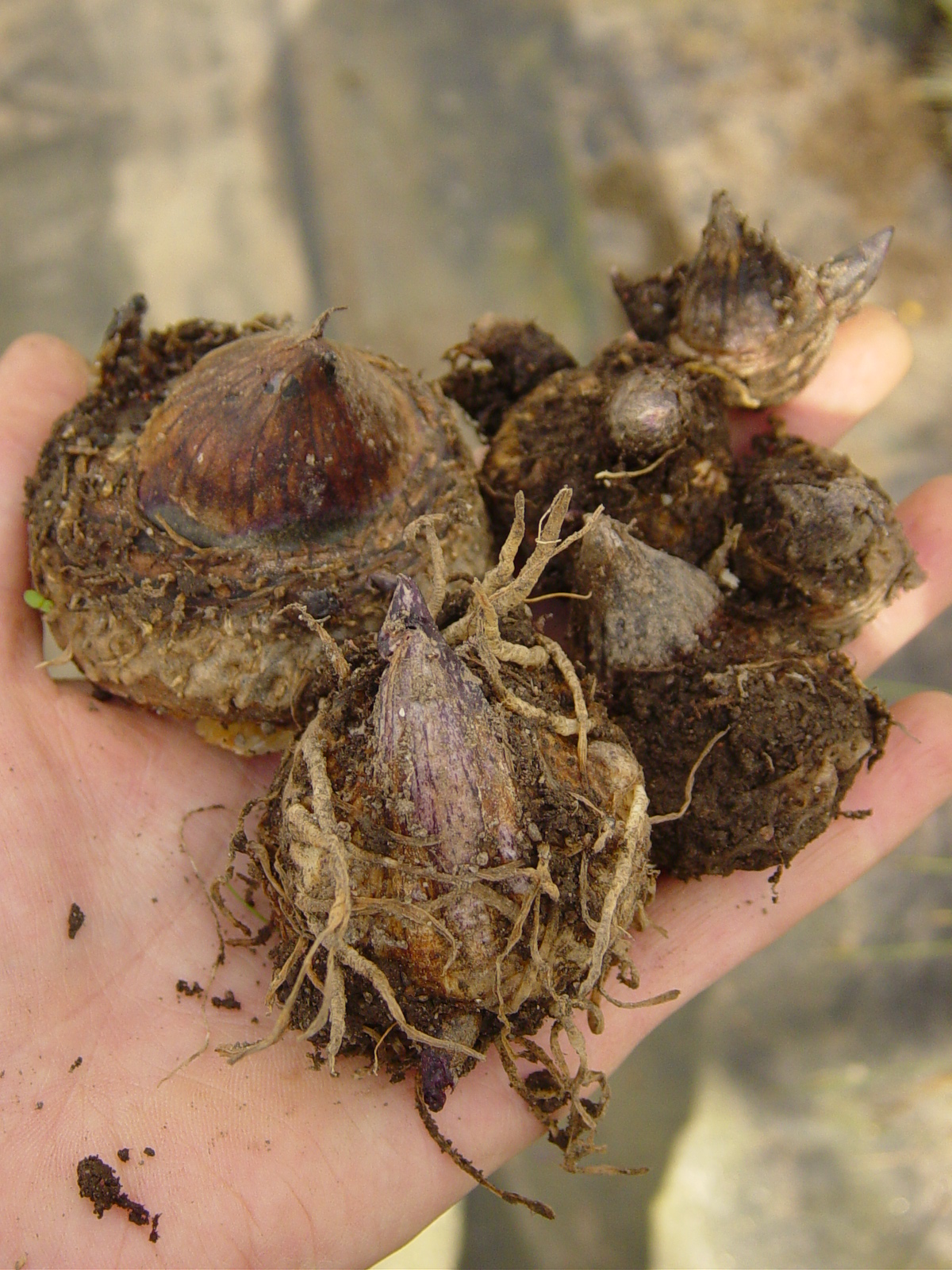
Arisaema triphyllum
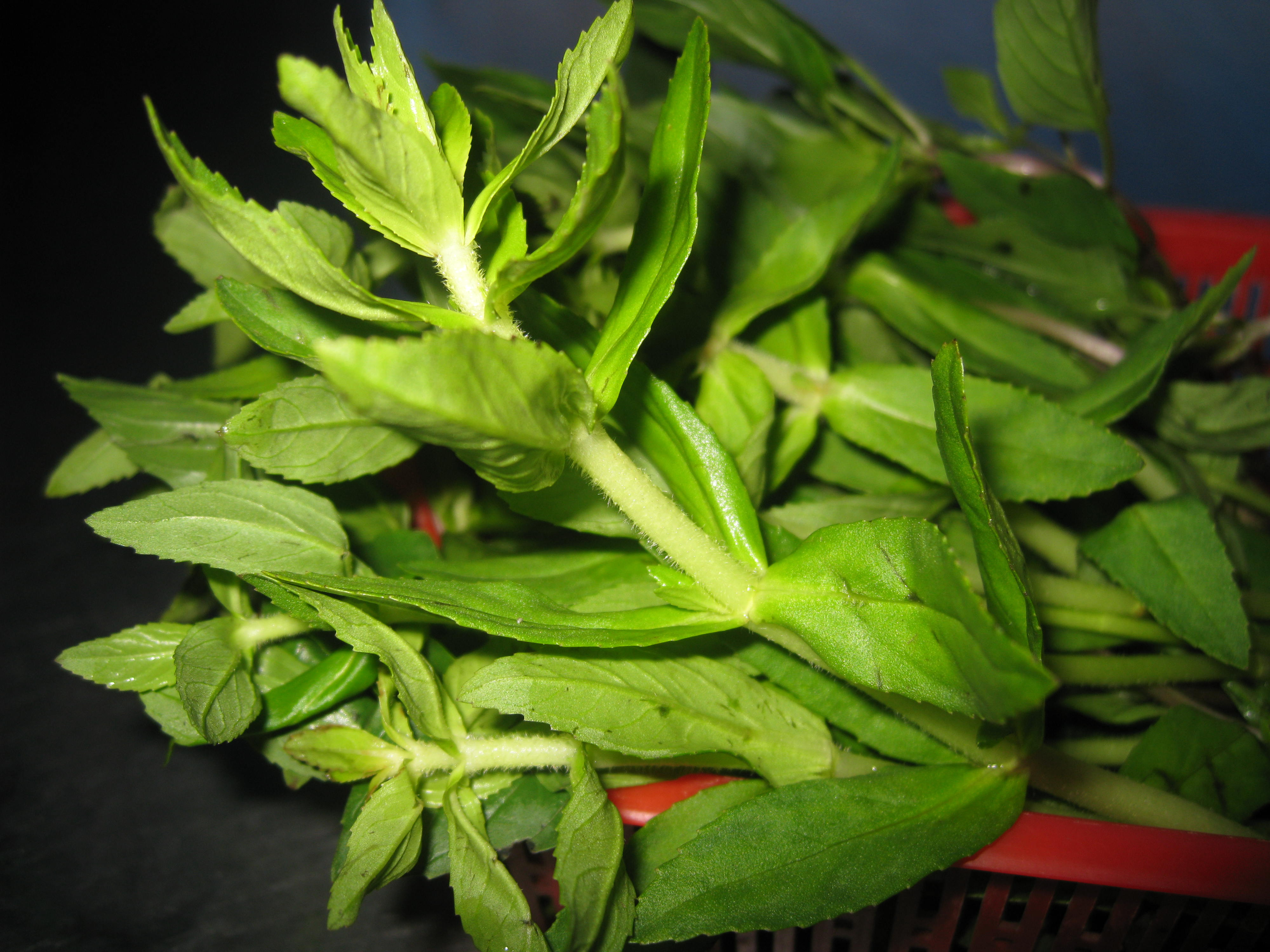
Aromatischer Sumpffreund (auch Limnophila verticillata, Limnophila indica Limnophila erecta) (ähnlich ist Limnophila rugosa, aber mit Anisaroma wie Lippia alba)
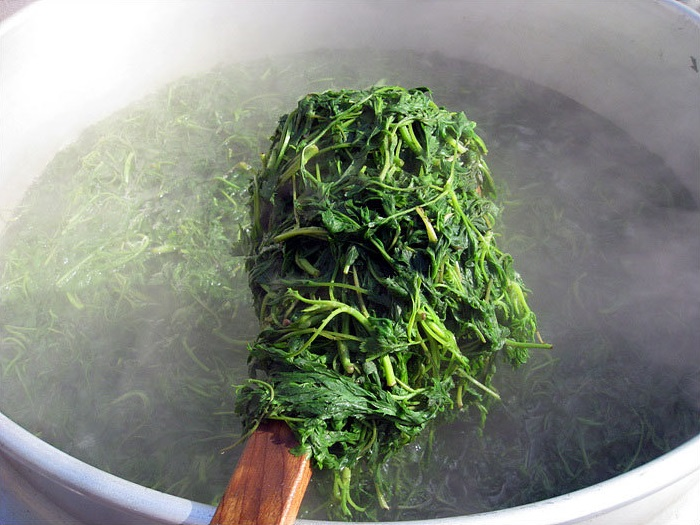
Artemisia princeps, Artemisia selengensis
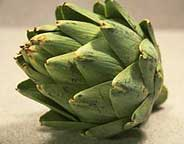
Artischocke (siehe auch Kohldistel)
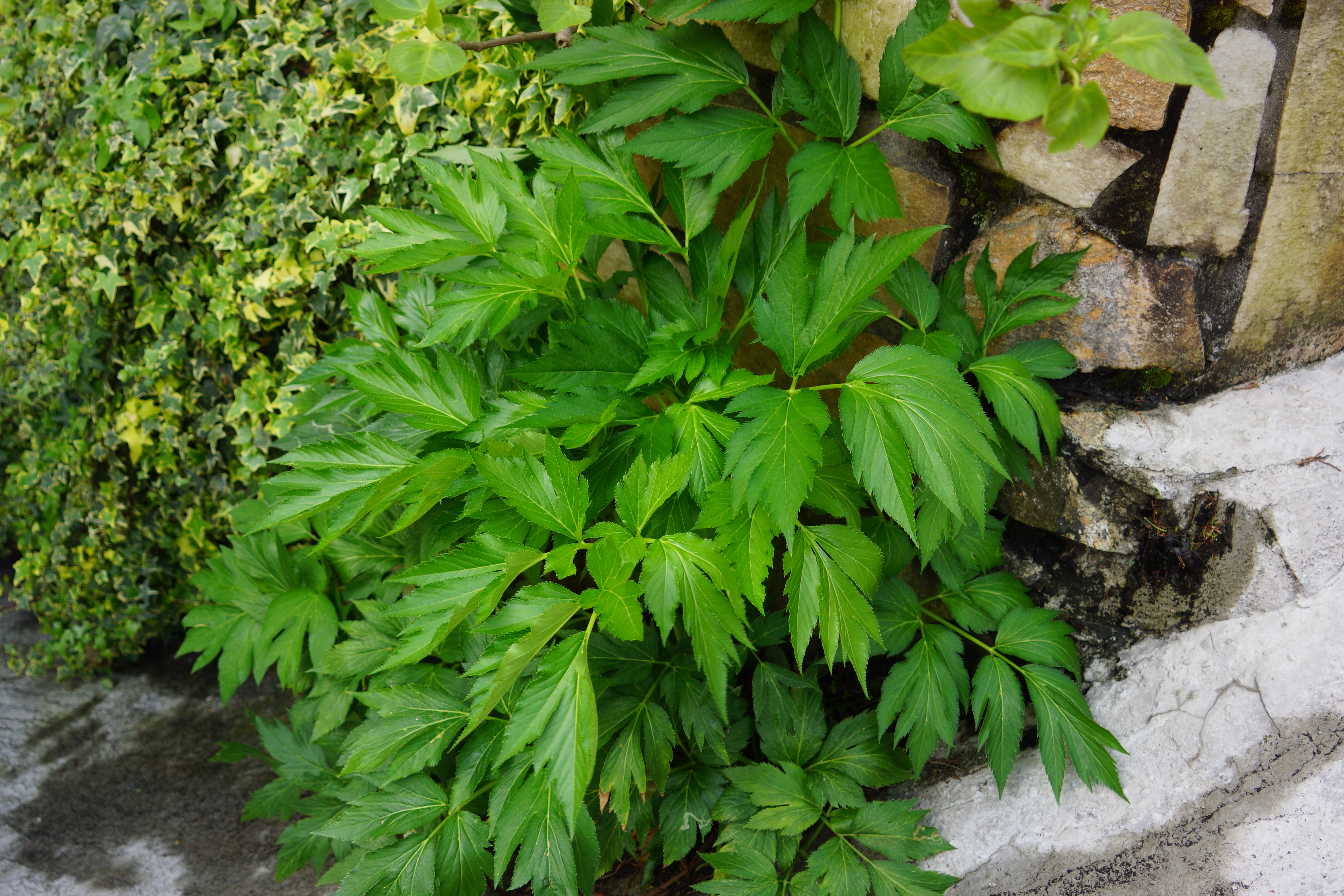
Ashitaba (Angelica keiskei) (ähnlich sind Arznei-Engelwurz, Wald-Engelwurz)
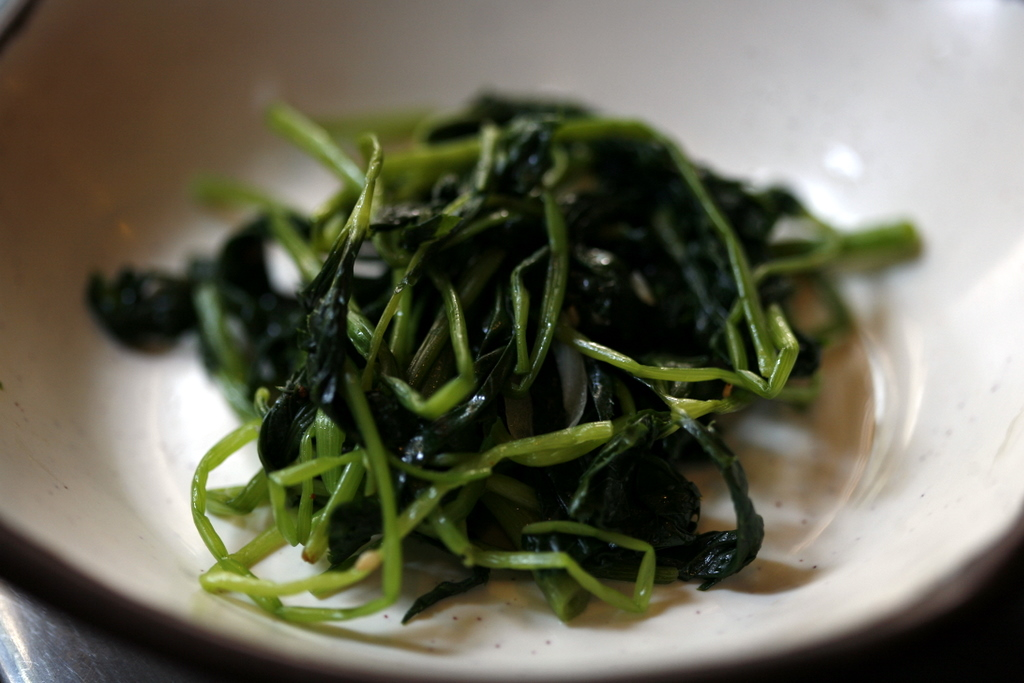
Aster scaber (Syn.: Doellingeria scabra) (ähnlich von Aster glehnii, Ligularia fischeri, Saussurea pulchella, Patrinia scabiosifolia, Synurus deltoides, Gewöhnliche Goldrute subsp. asiatica, gigantea u. a.) (Chin-, Chwi-namul) (junge Blätter, Sprosse)
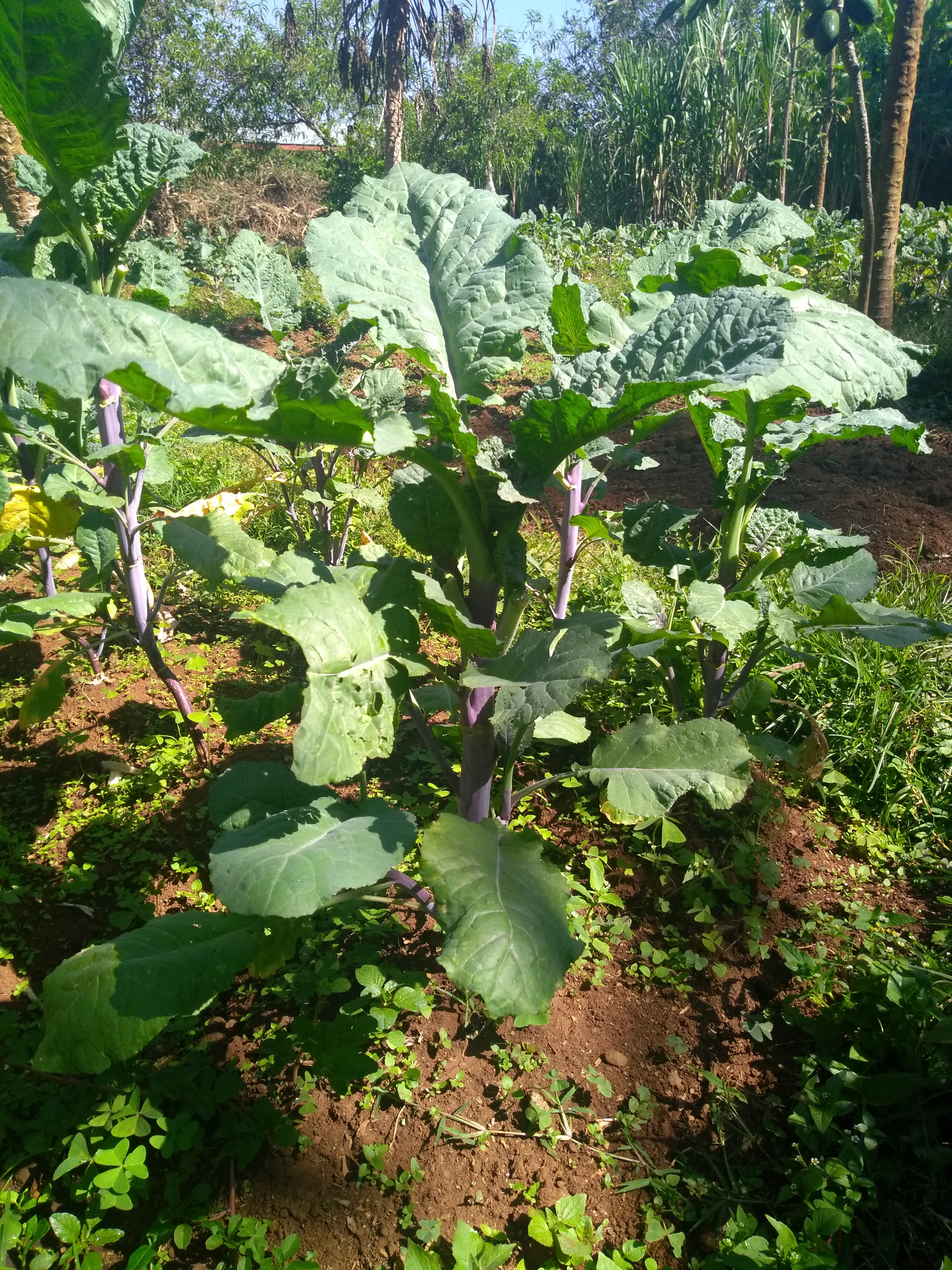
Äthiopischer Senf
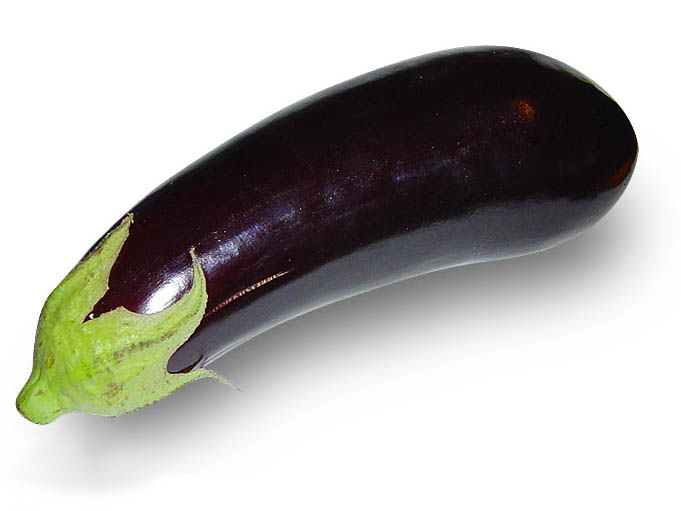
Aubergine (Melanzane)
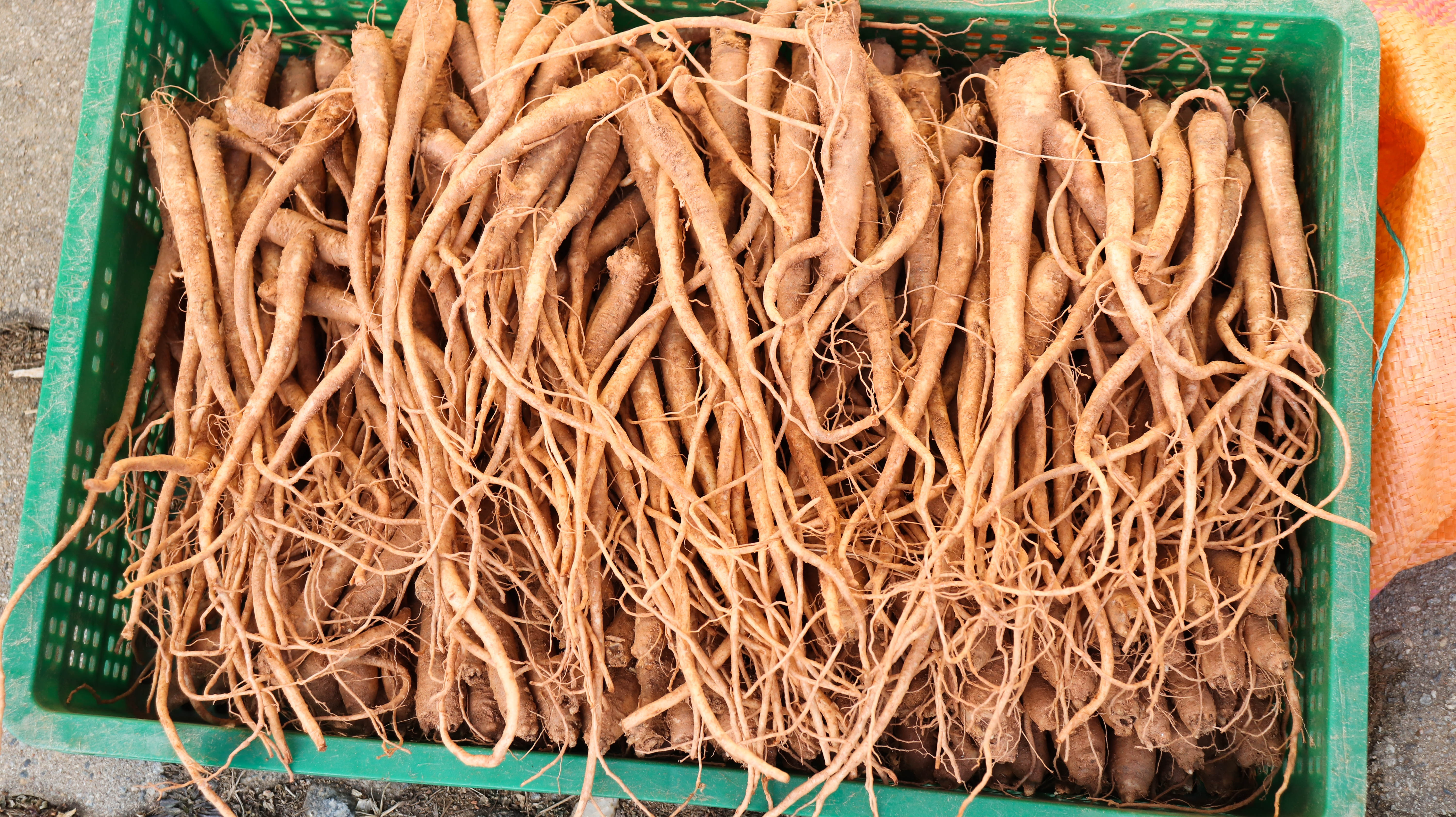
Ballonblume (Doraji) (Wurzeln und die oberen Blätter; diese auch als Gewürz)
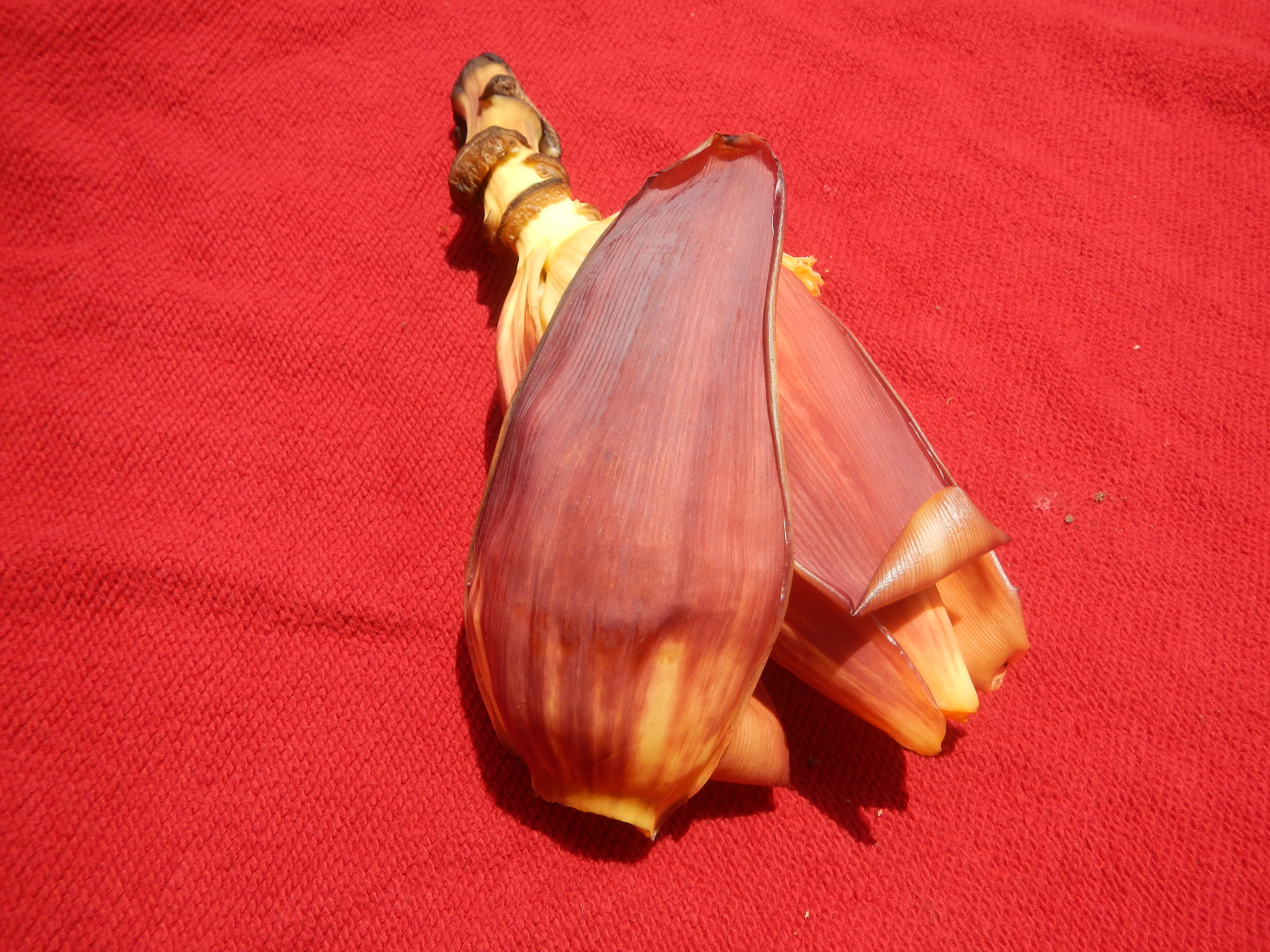
Bananenblüte
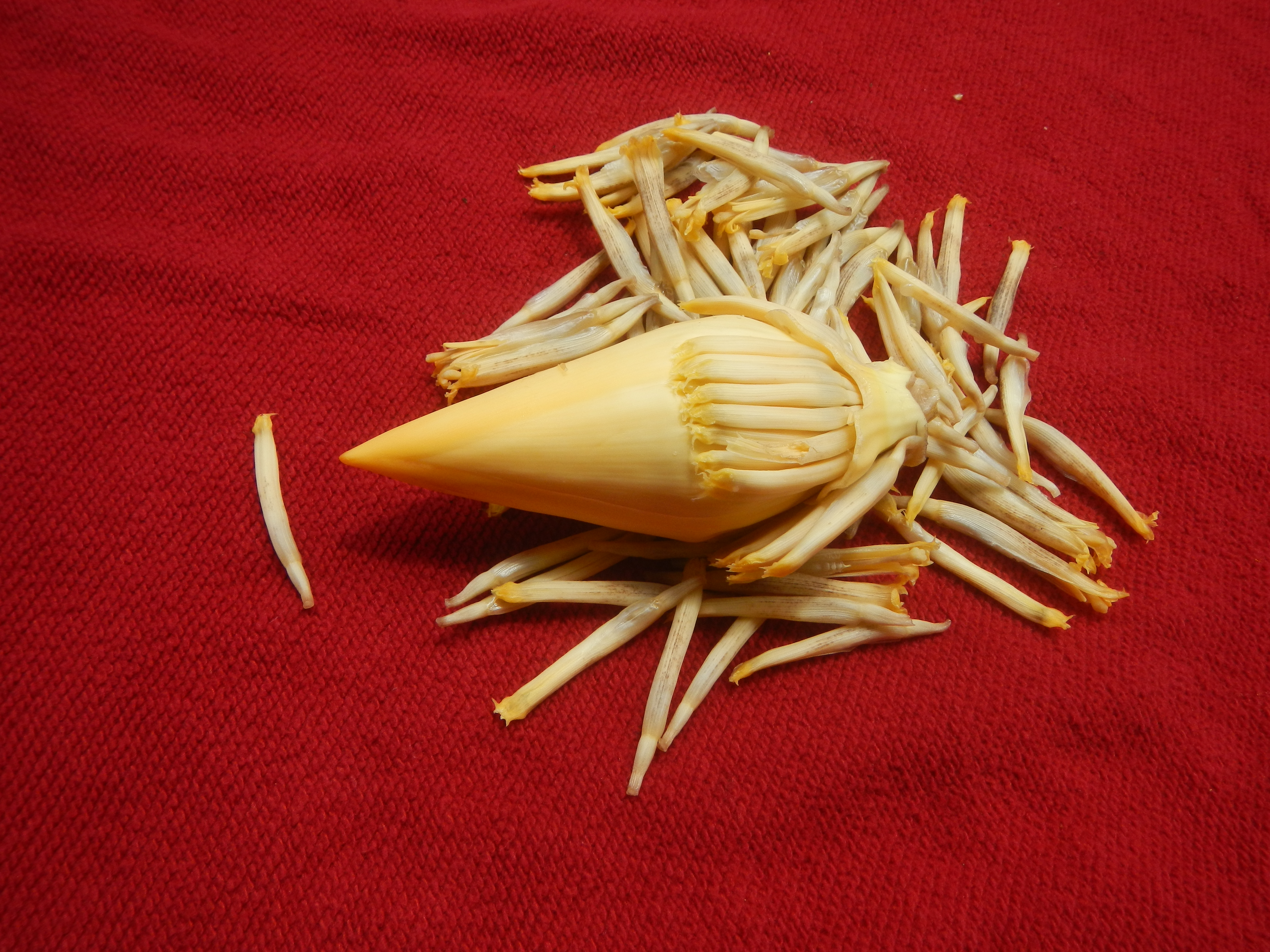
Bananenherz (ohne Hochblätter, die einzelnen Blüten werden zuerst „geputzt“)
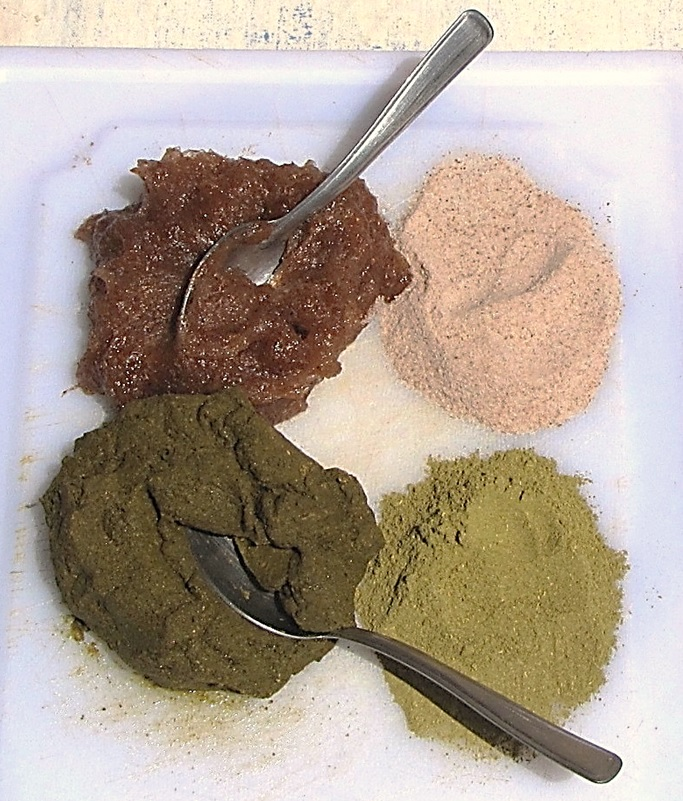
Baobab (rechts unten Blätter- und oben Fruchtpulver, links jeweils gewässert)
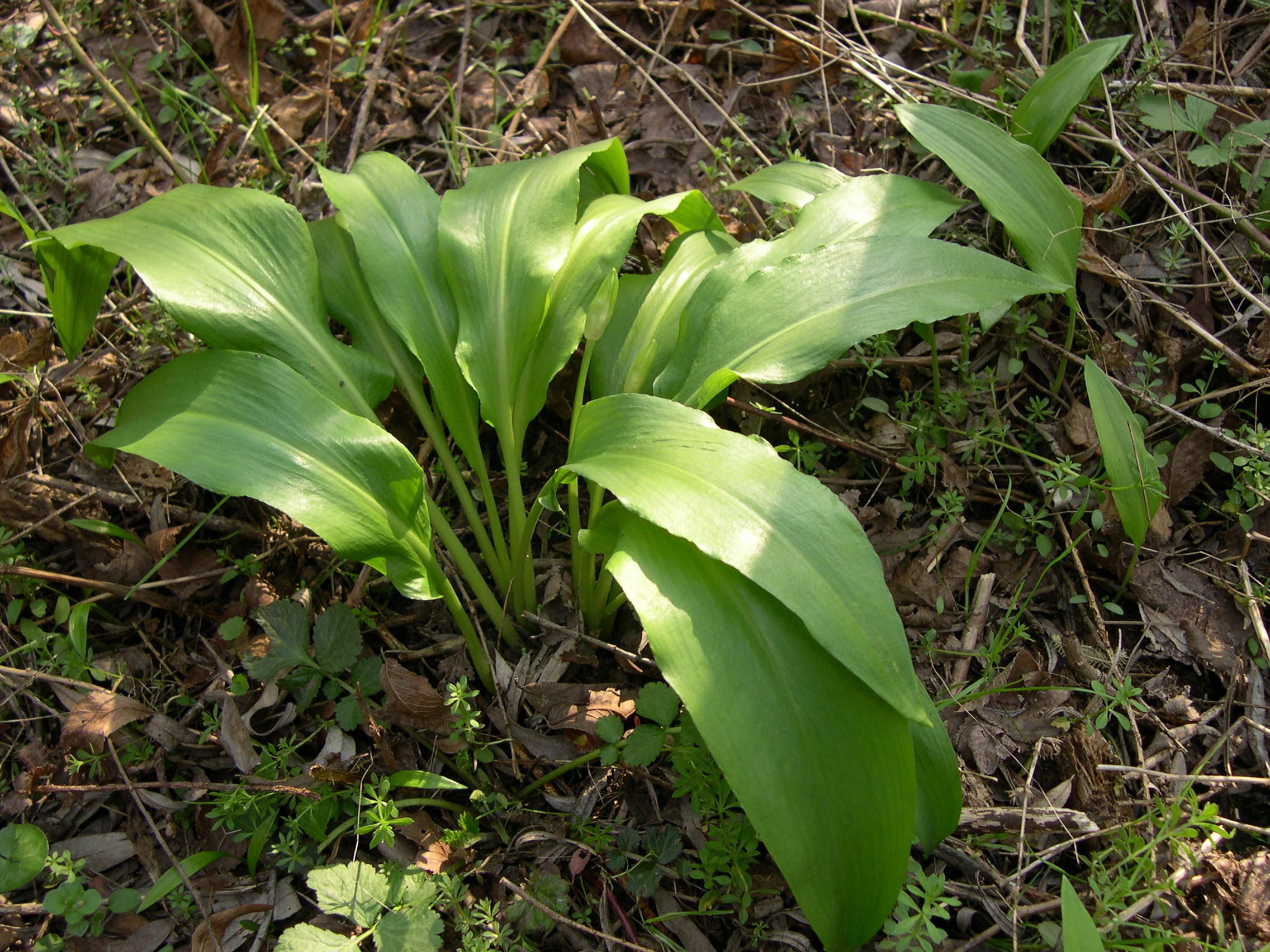
Bärlauch
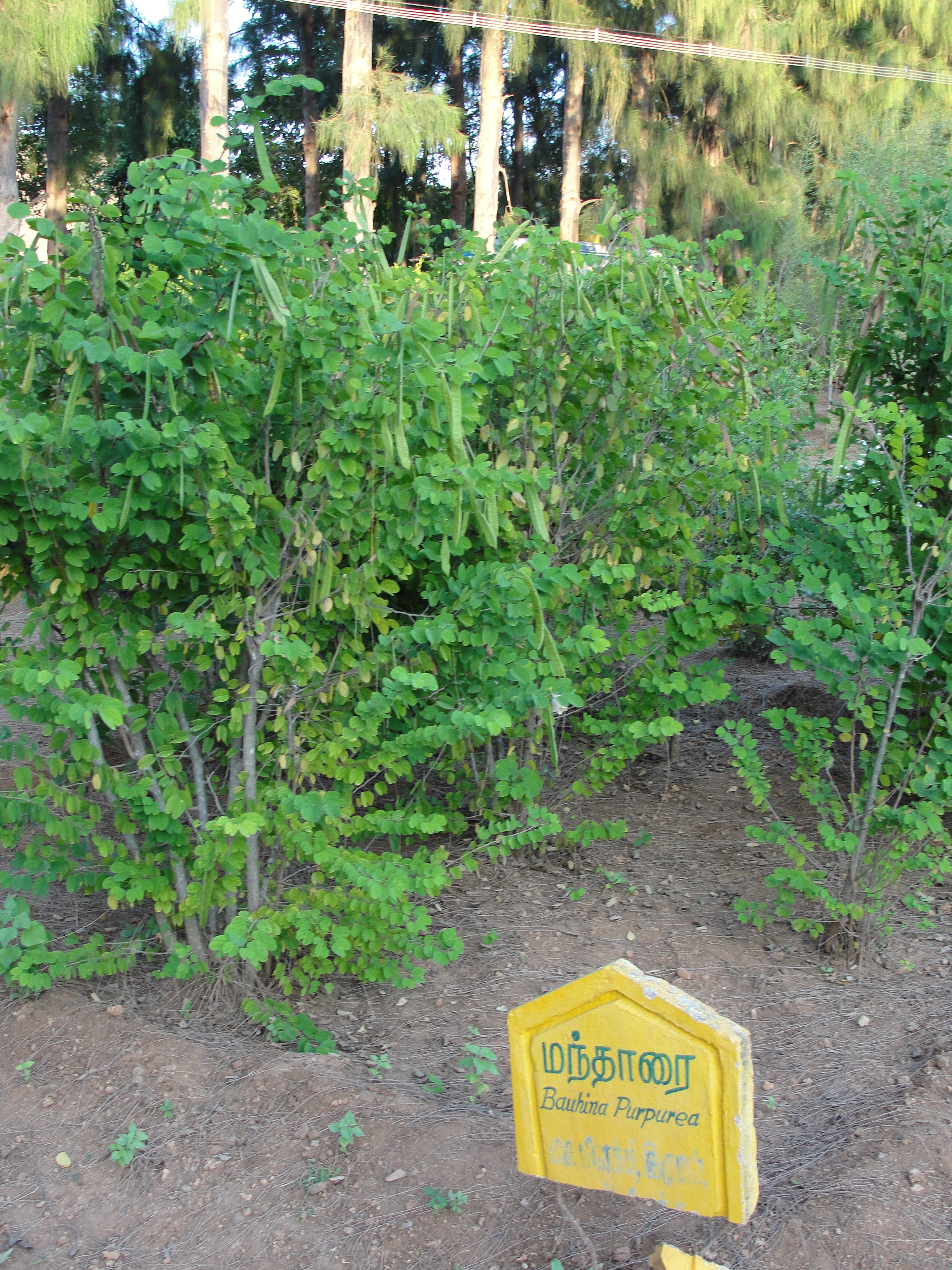
Bauhinia purpurea (junge Blätter, Früchte und Blütenknospen, Blüten)
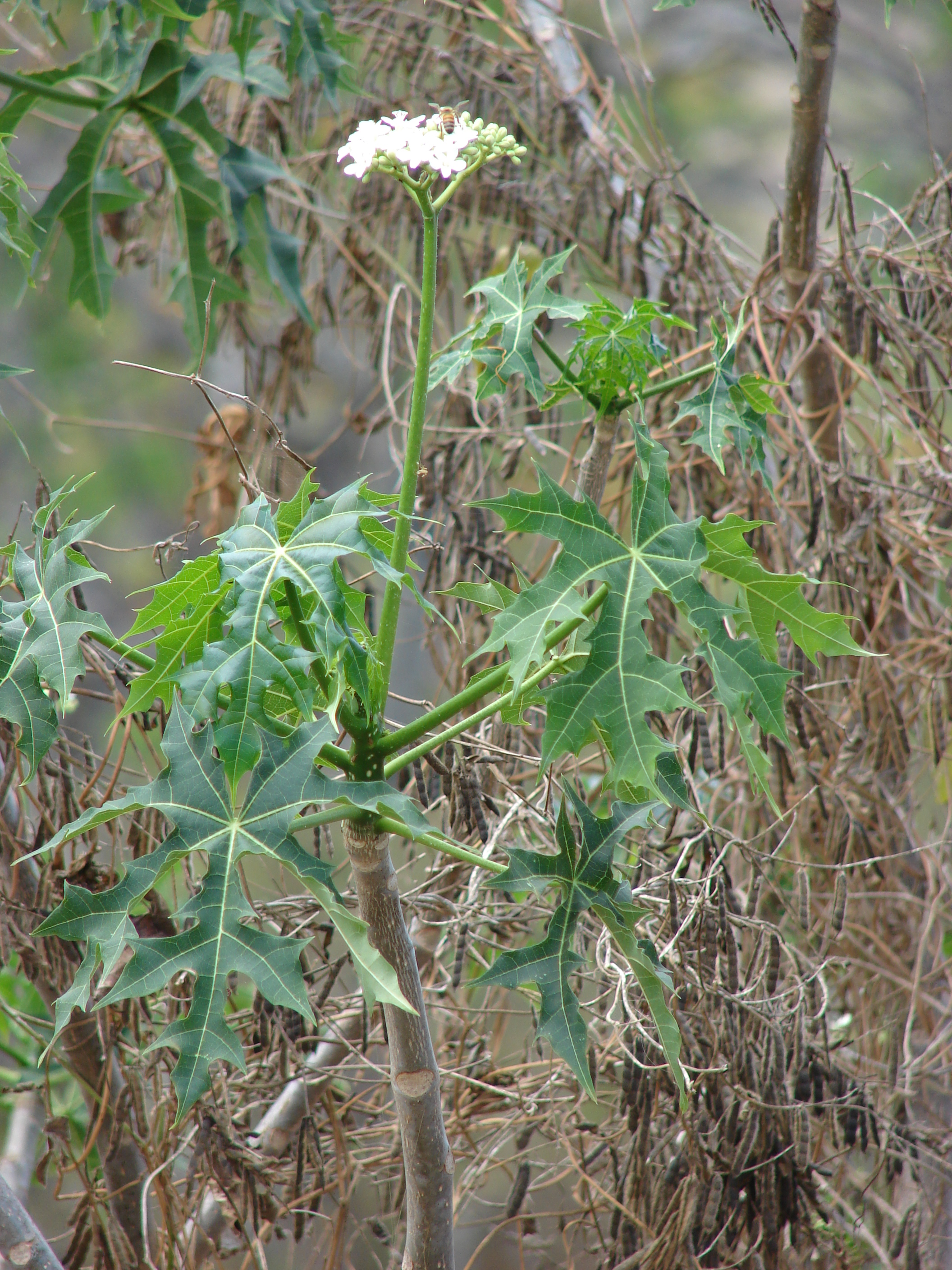
Baumspinat (Chaya) (Cnidoscolus aconitifolius) (ähnlich ist Chenopodium giganteum)
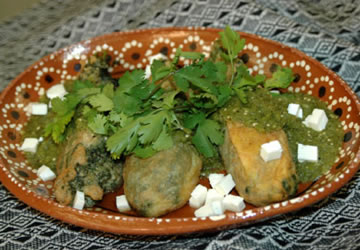
Berlandiers Gänsefuß (Huauzontle) (ähnlich ist Roter Gänsefuß)
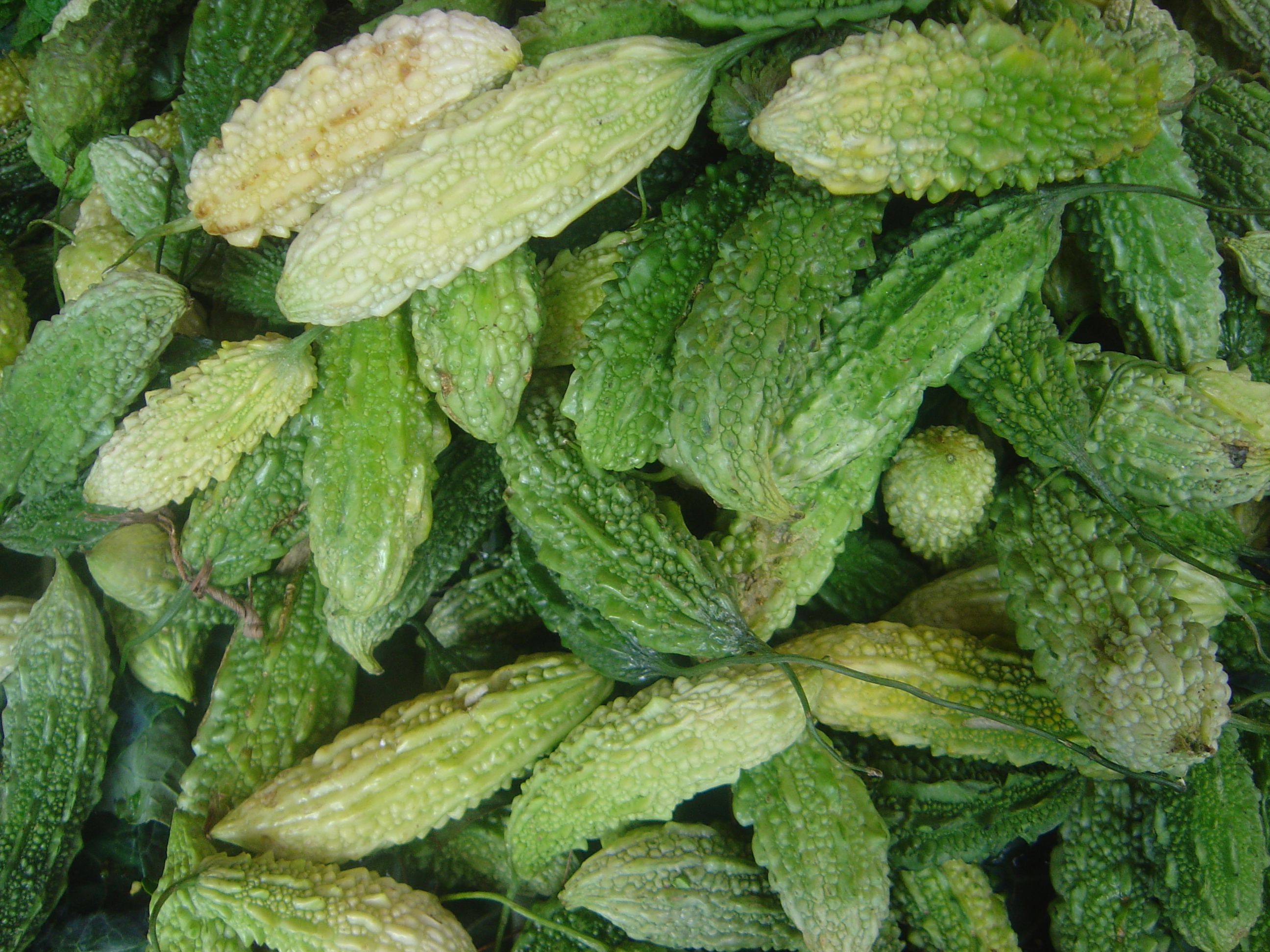
Bittermelone
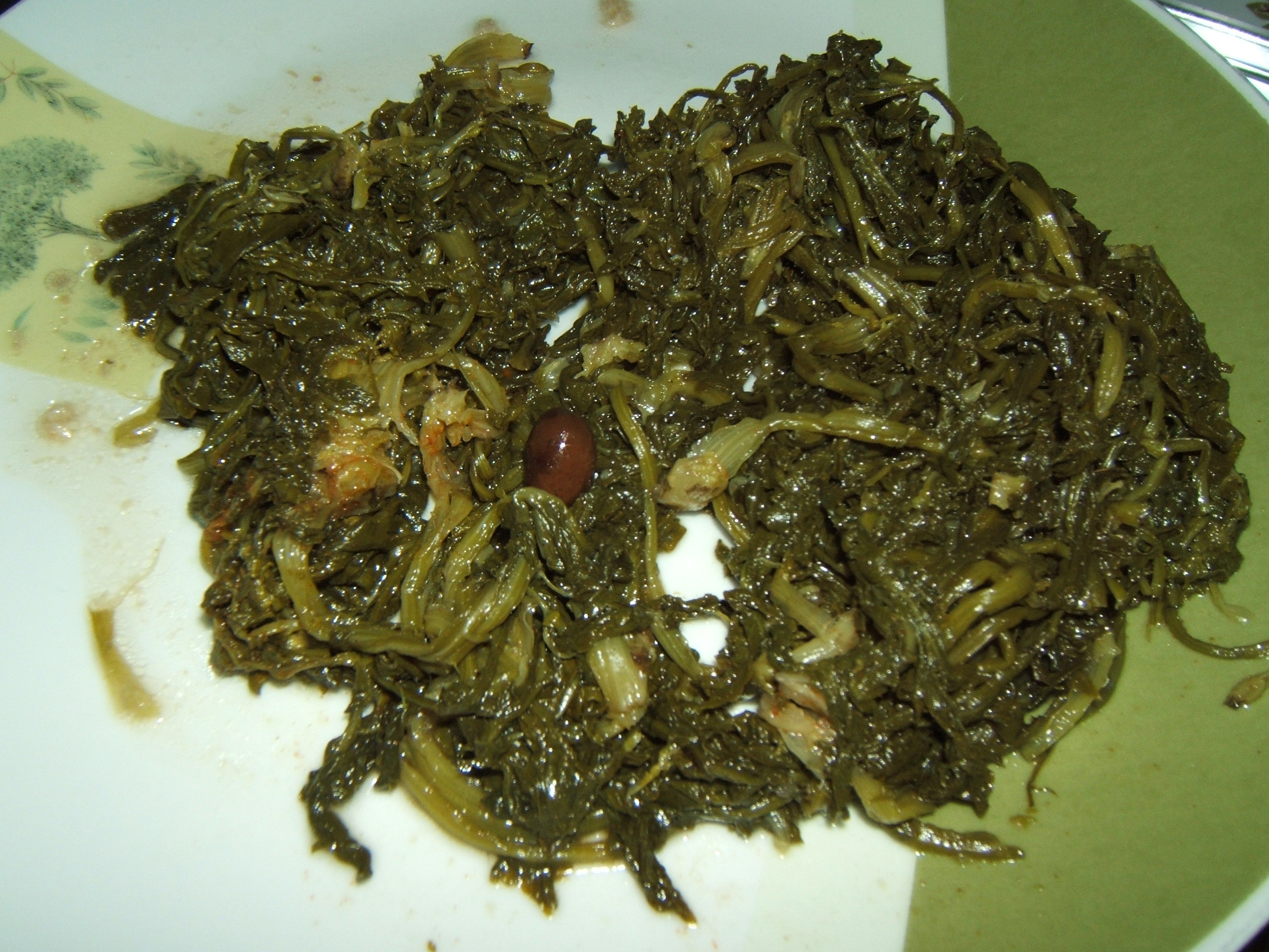
Blattmohn
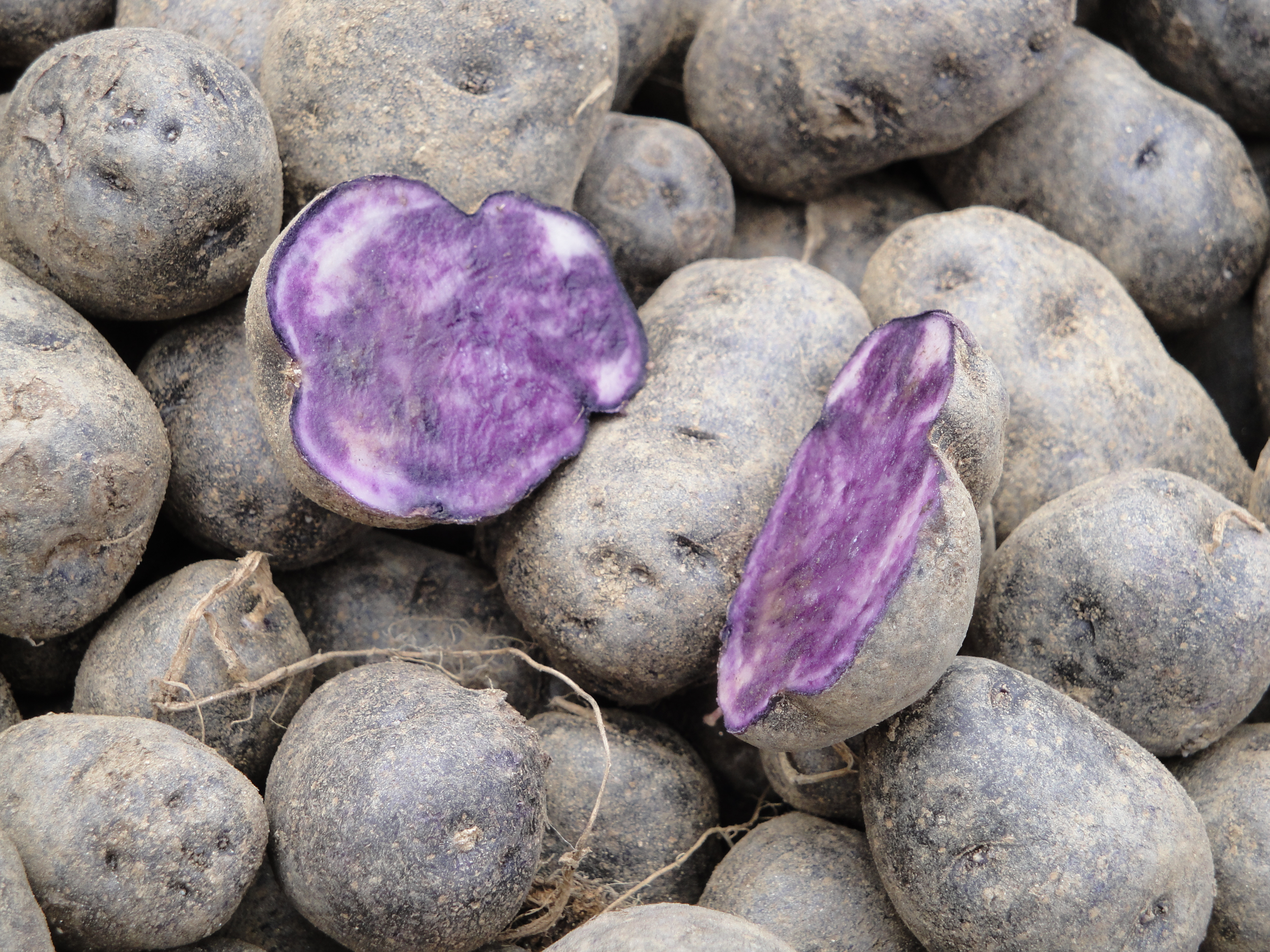
Blaue Kartoffeln (mit „blauem Fleisch“) (Vitelotte, Blaue Anneliese, Blauer Schwede, Salad Blue) (röter sind Rote Burgunder, Rote Emmalie, Kefermarkter Zuchtstamm Highland Burgundy Red, Heiderot)
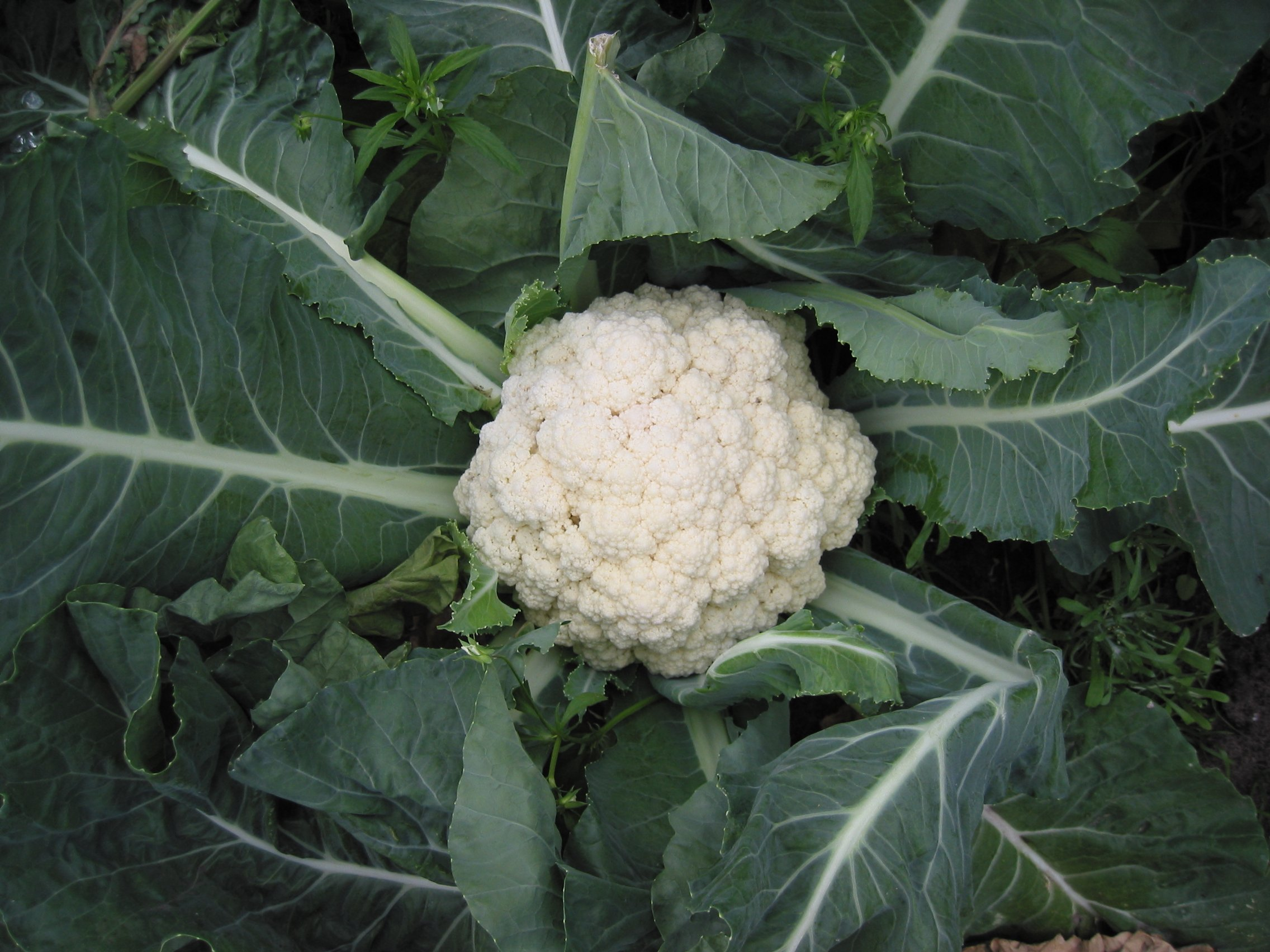
Blumenkohl (Karfiol)
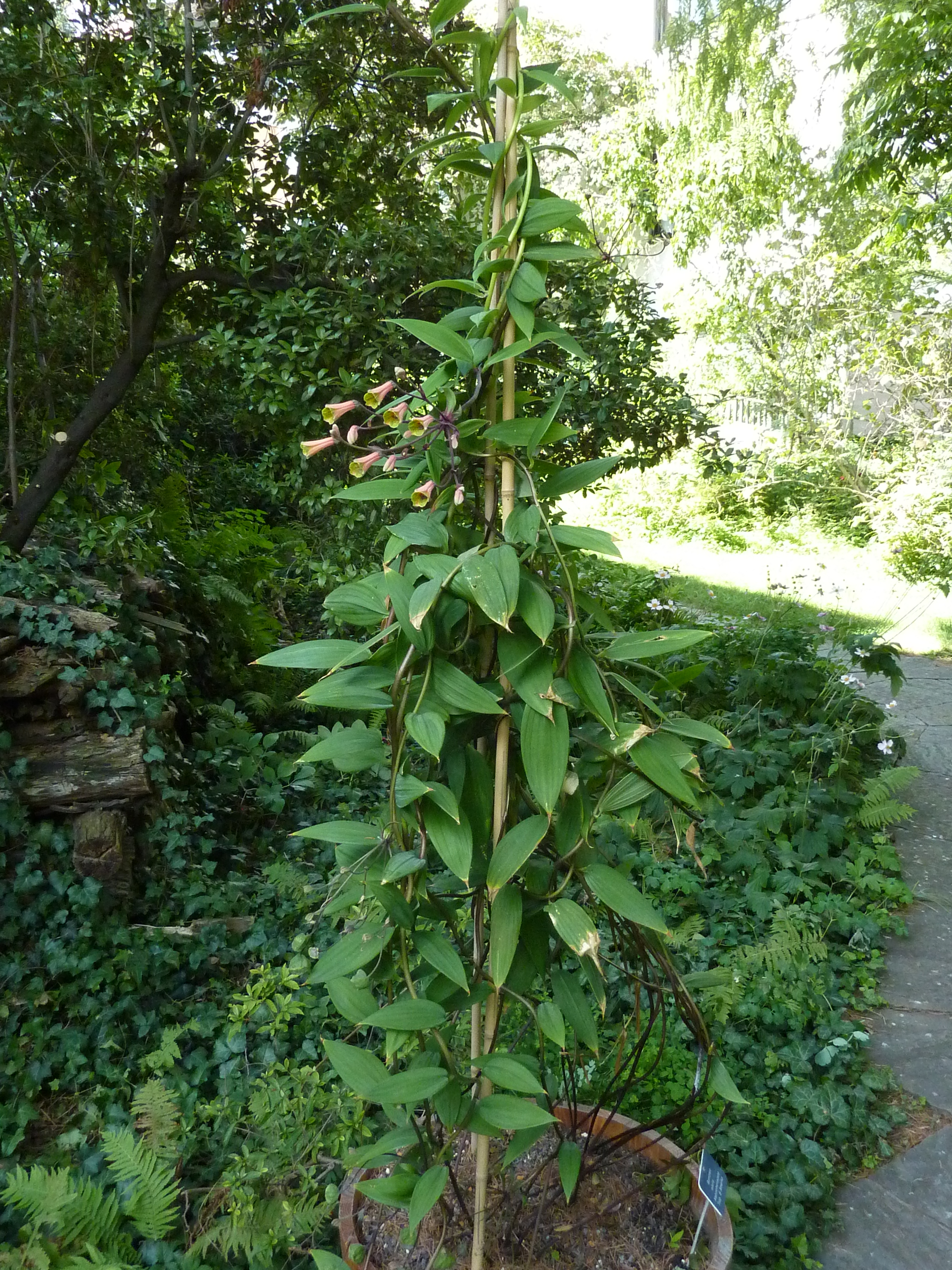
versch. Bomarea-Arten (die Knollen werden verwendet; nicht im Bild)
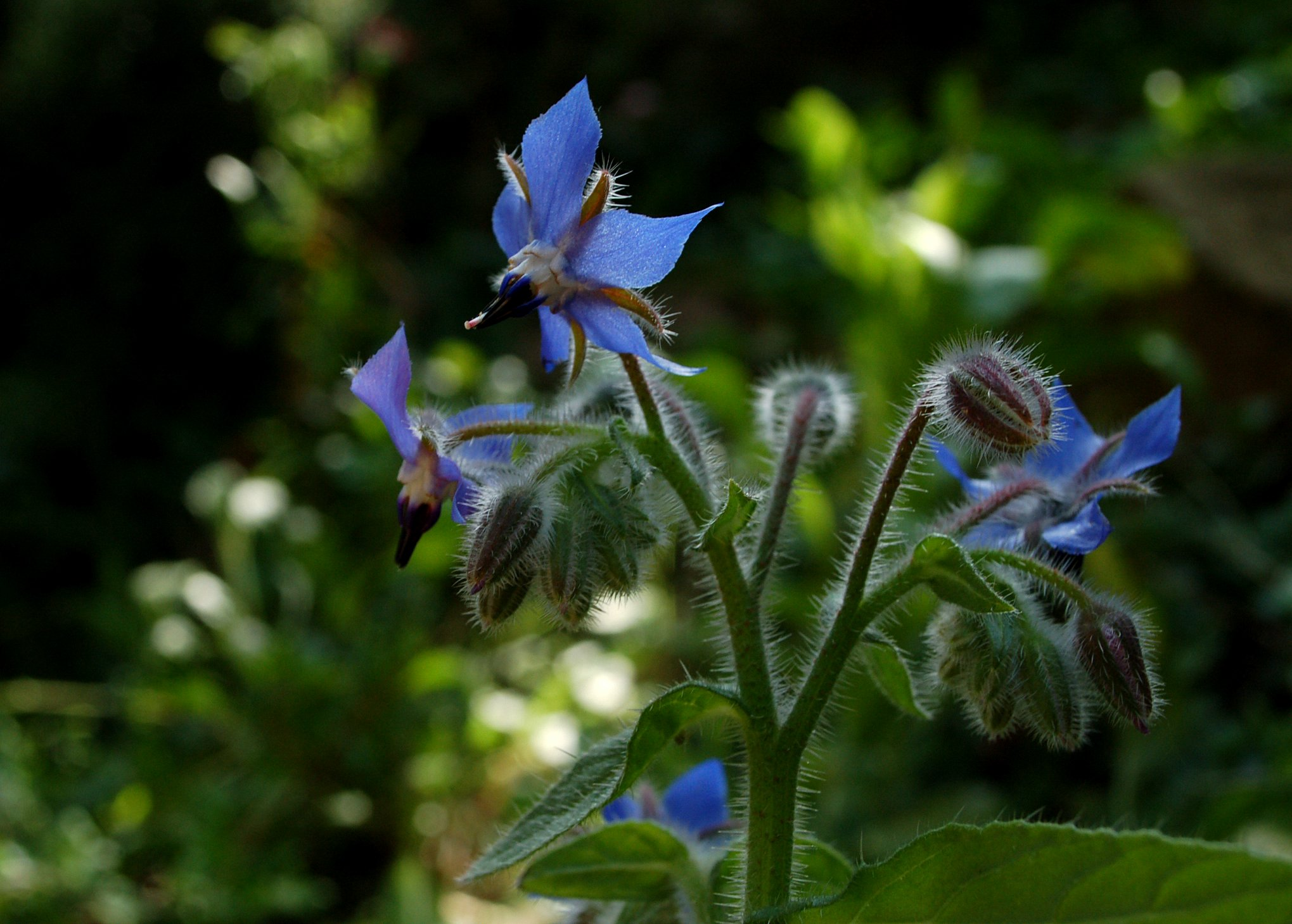
Borretsch
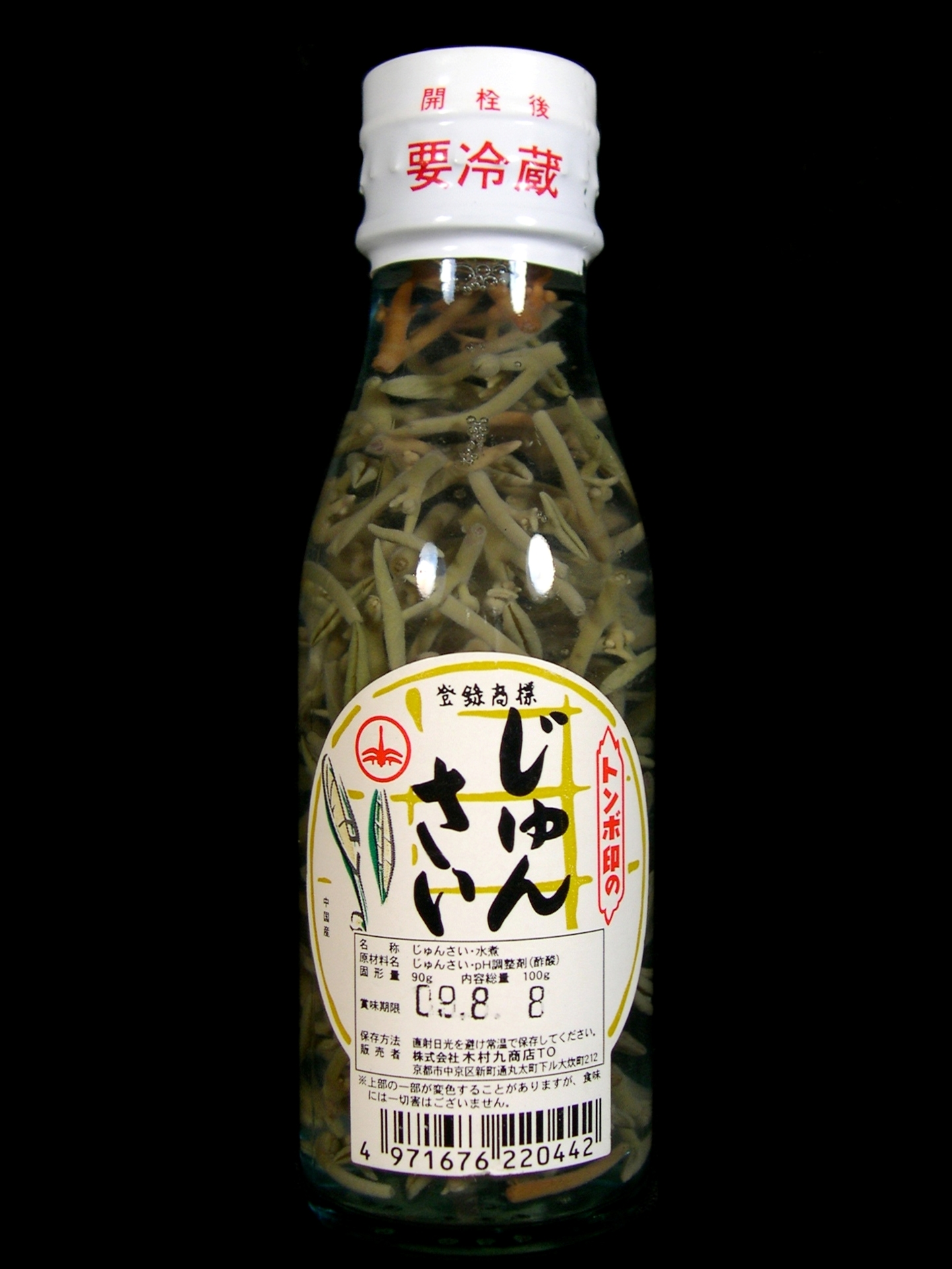
Brasenia schreberi (junge eingefaltete Blätter und Wurzeln)
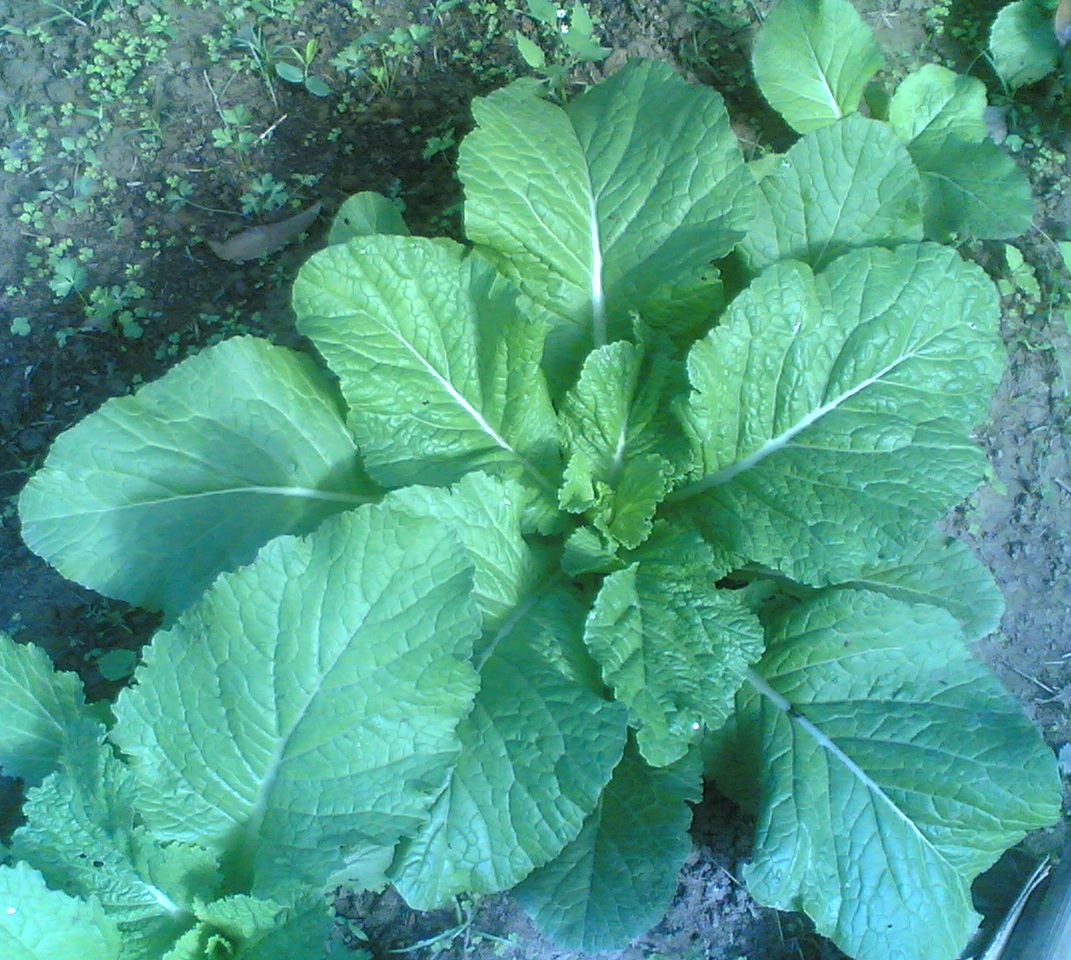
Brauner Senf (Stängel, Blätter, Samen und Blüten; auch als Gewürz)
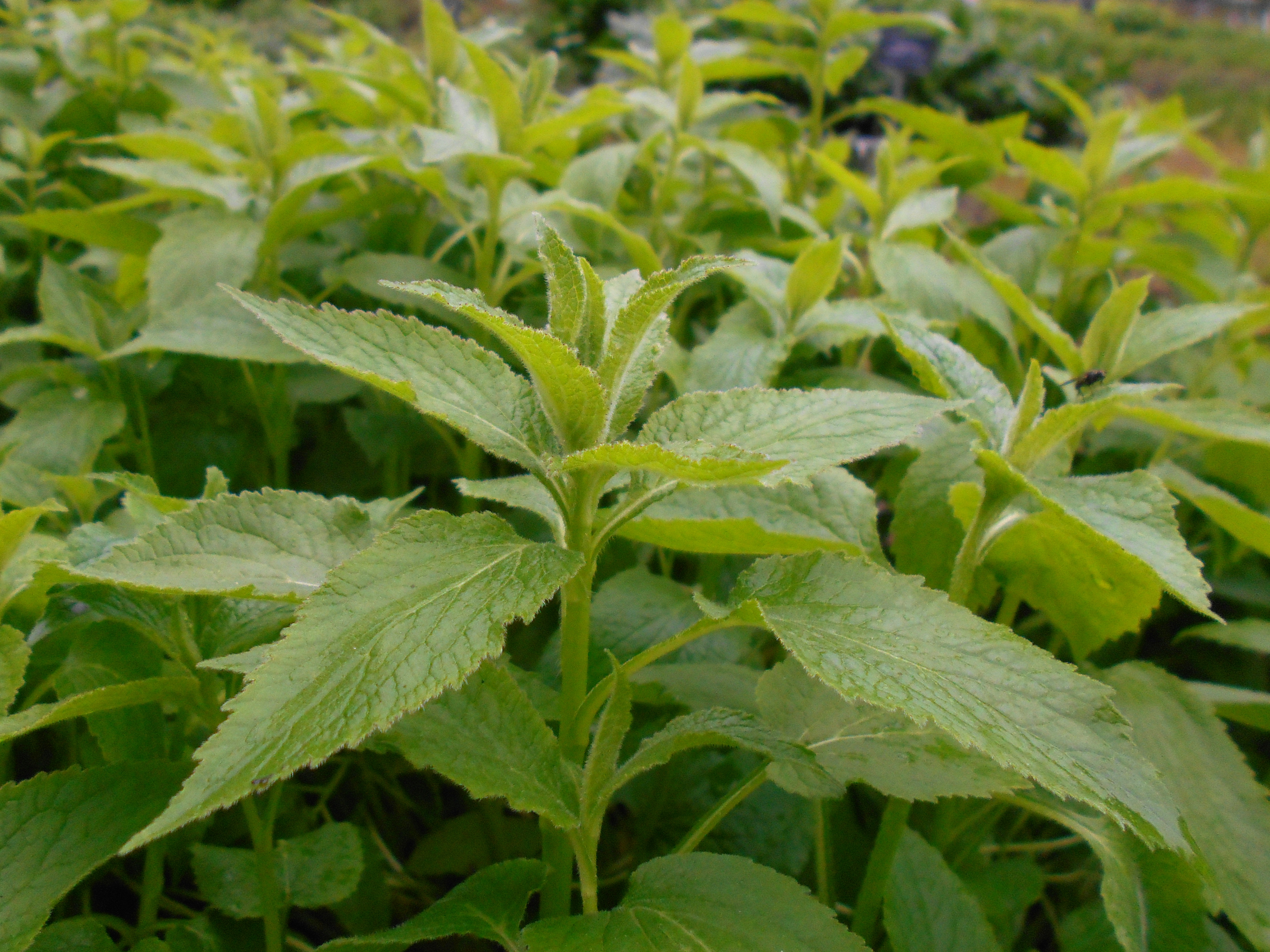
Breitblättrige Glockenblume (junge Sprossen, Blätter und Wurzeln sowie Blüten)
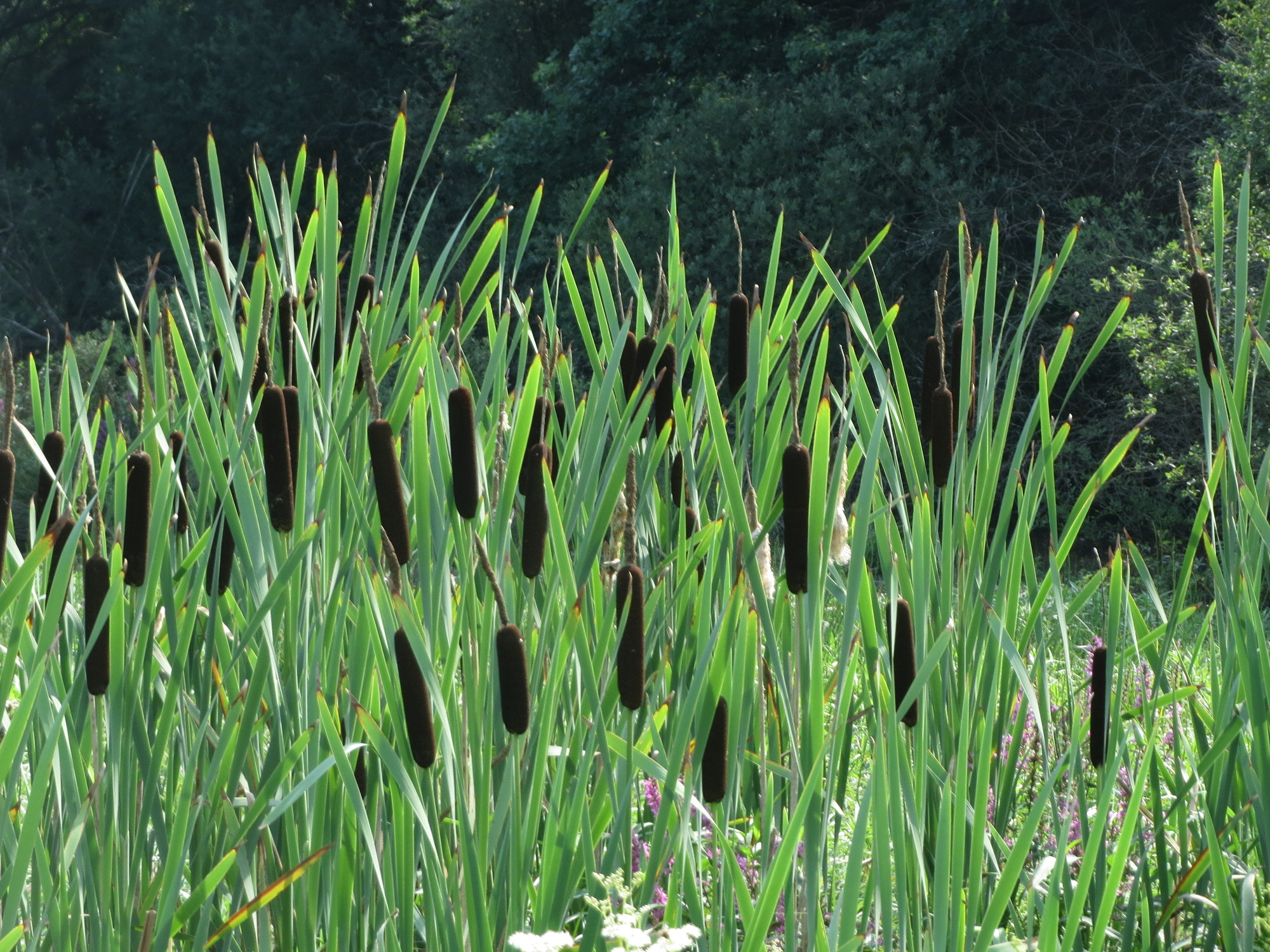
Breitblättriger Rohrkolben (ähnlich sind Schmalblättriger Rohrkolben, Laxmanns Rohrkolben, Typha domingensis, Typha orientalis u. a.) (Wurzel, junge Sprossen, Blütenstände, untere Stängel und Pollen sowie Samen)
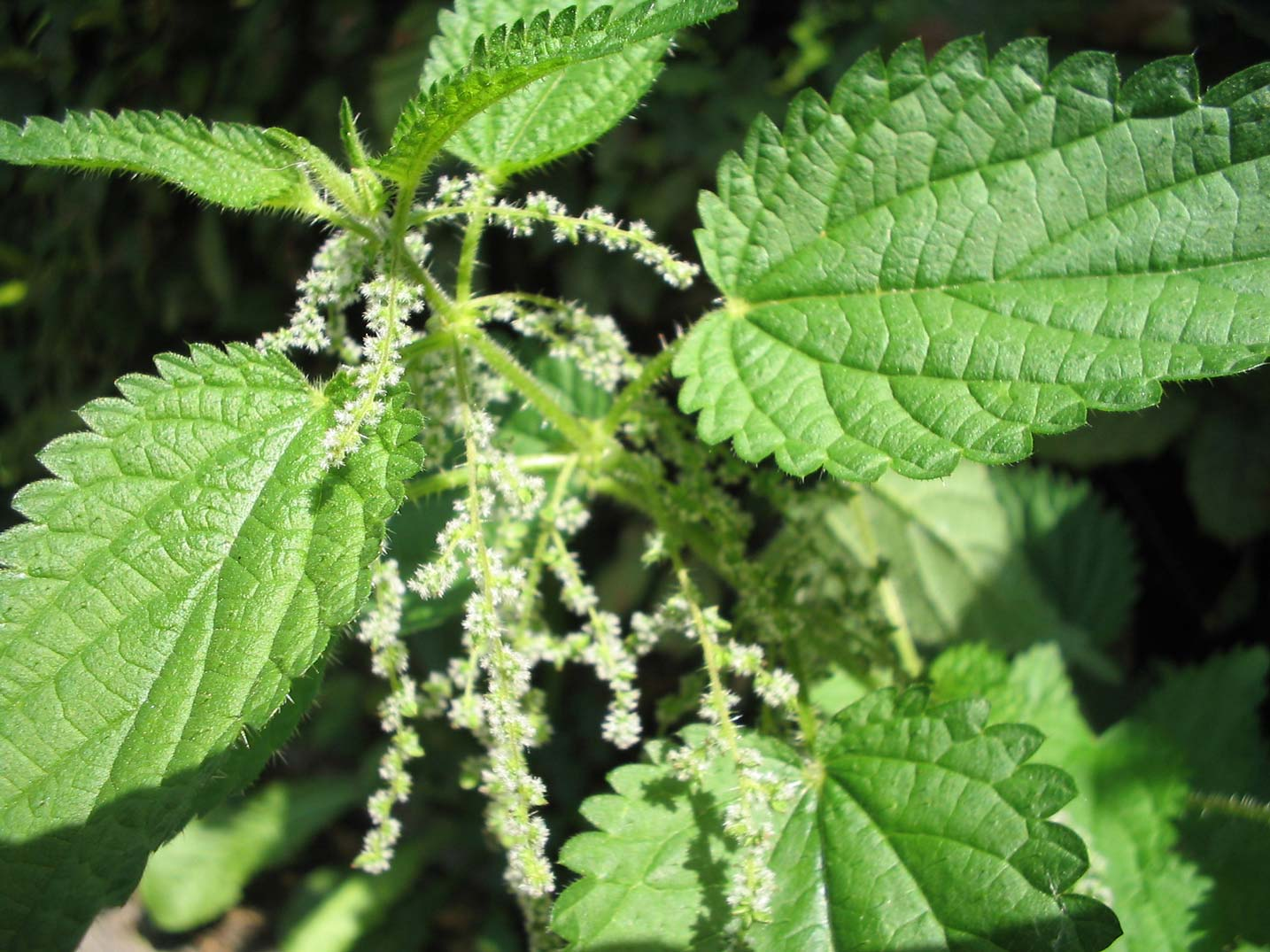
Brennnesseln
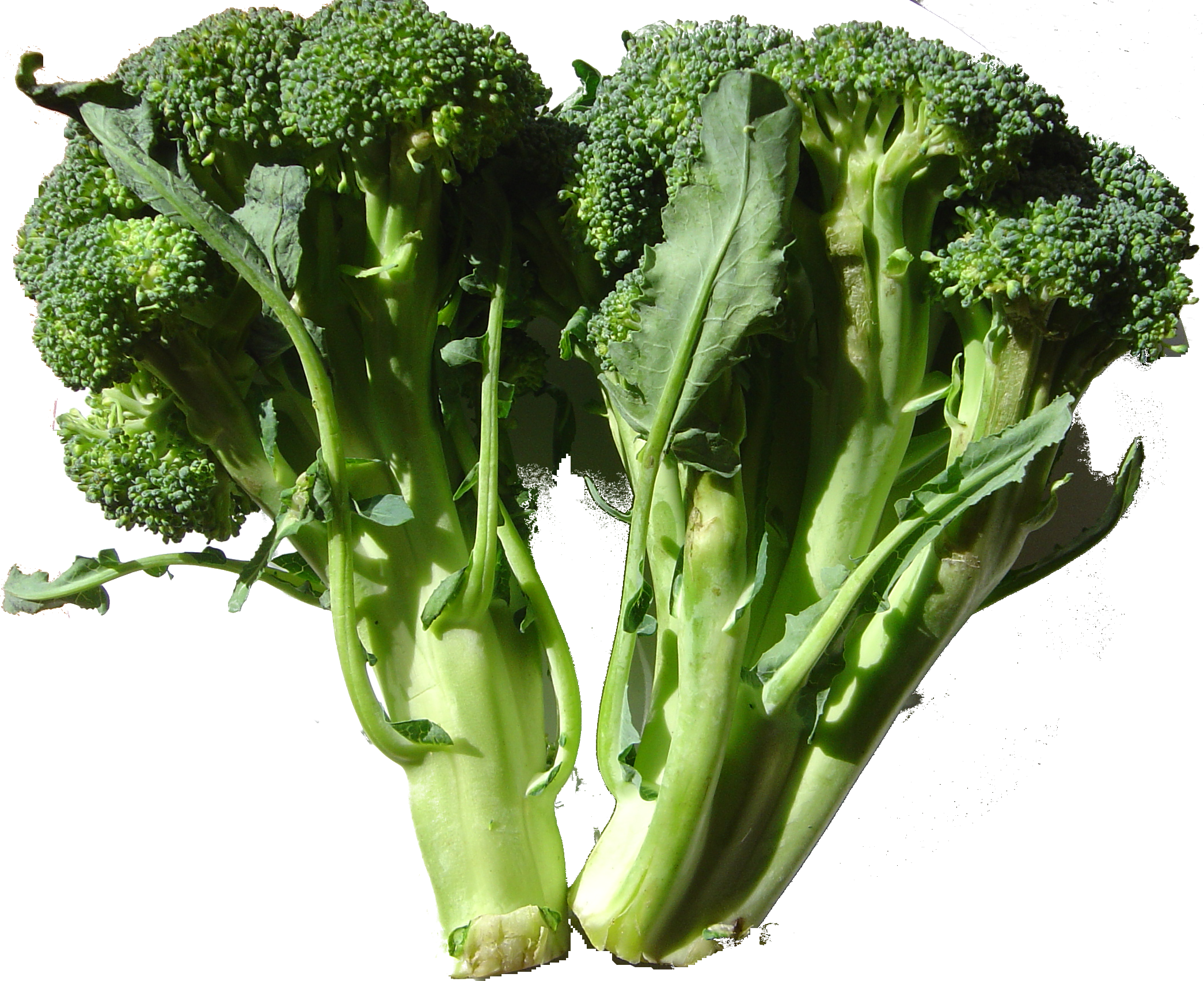
Broccoli (Brokkoli) (auch als Sprouting Broccoli, Spargelkohl)
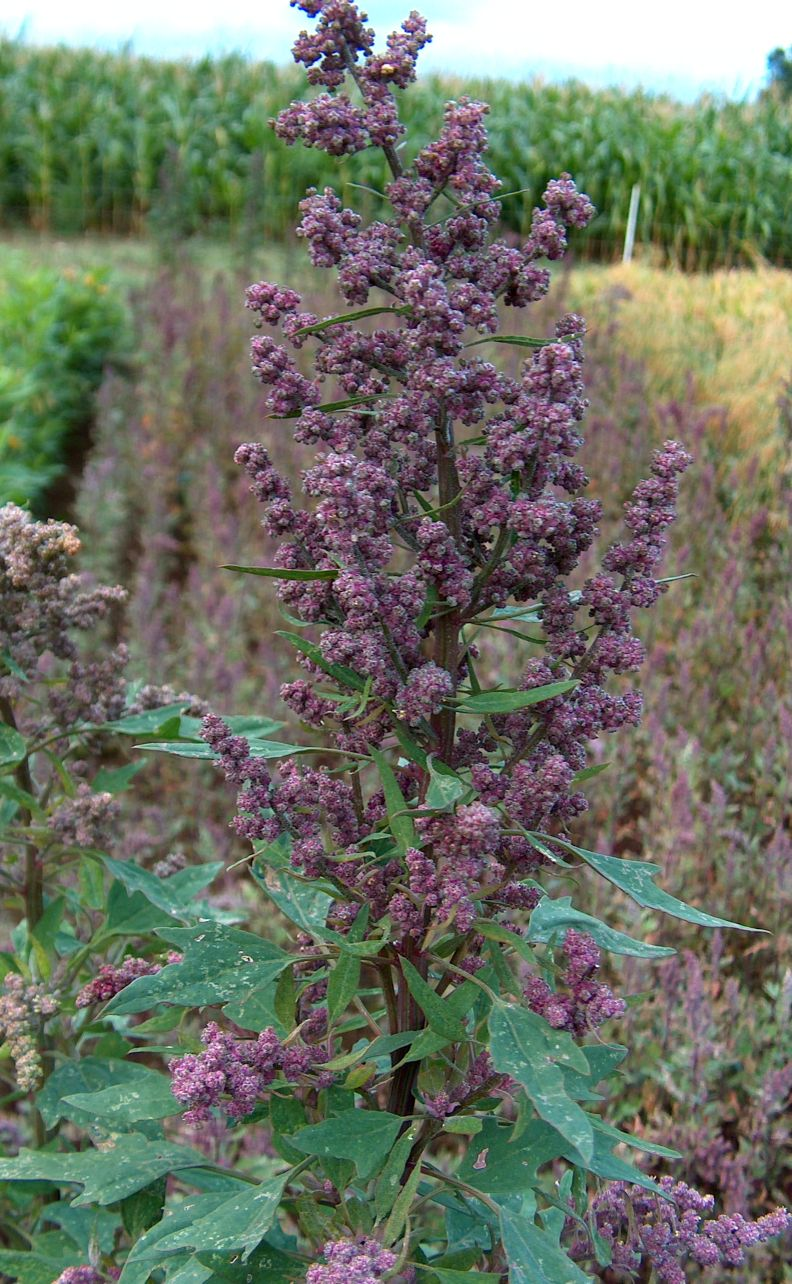
Broccolimelde (Huauzontle) (Blätter und Blütenstände)
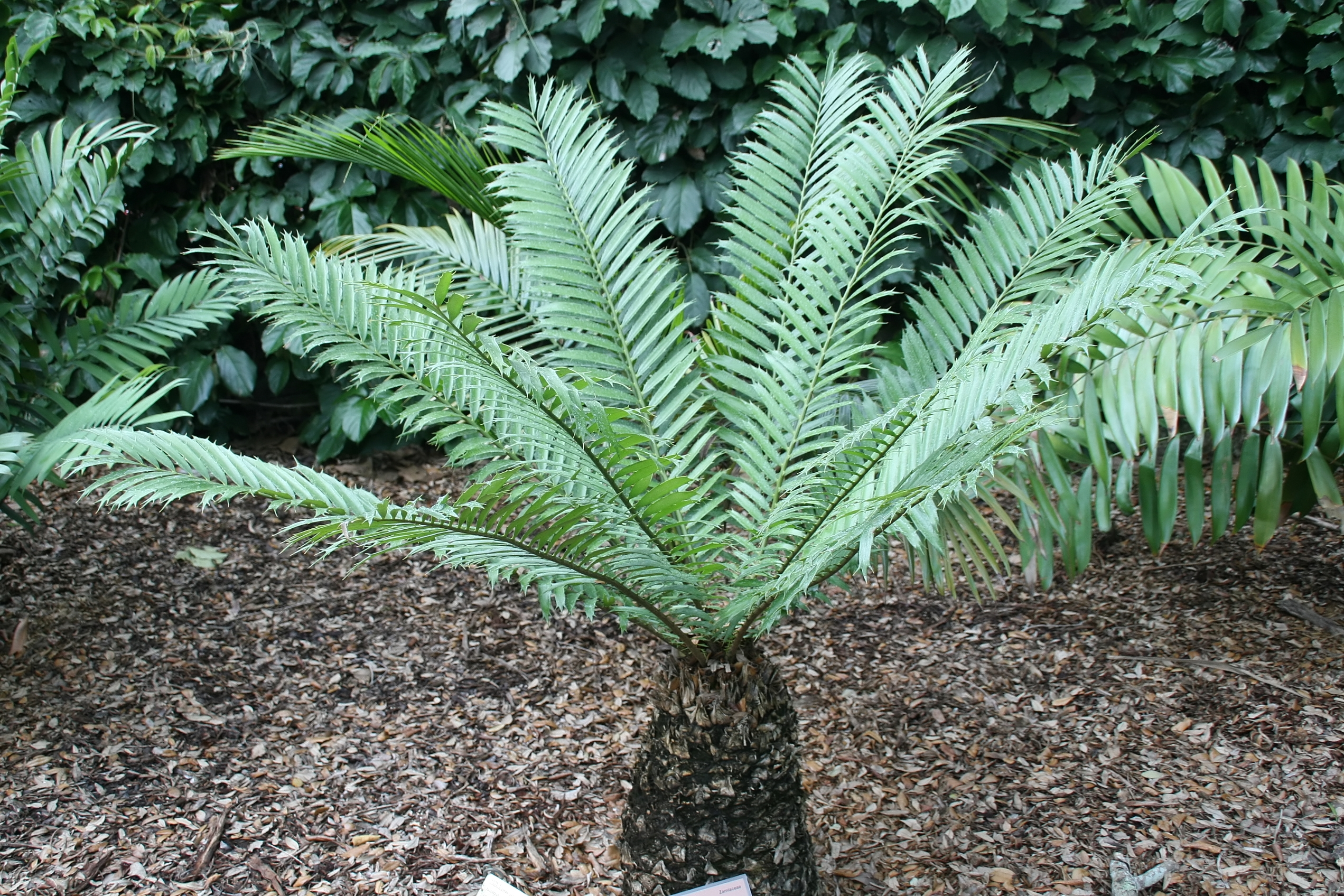
Brotpalmfarne (Kaffir Brot; aus dem Stammkern)
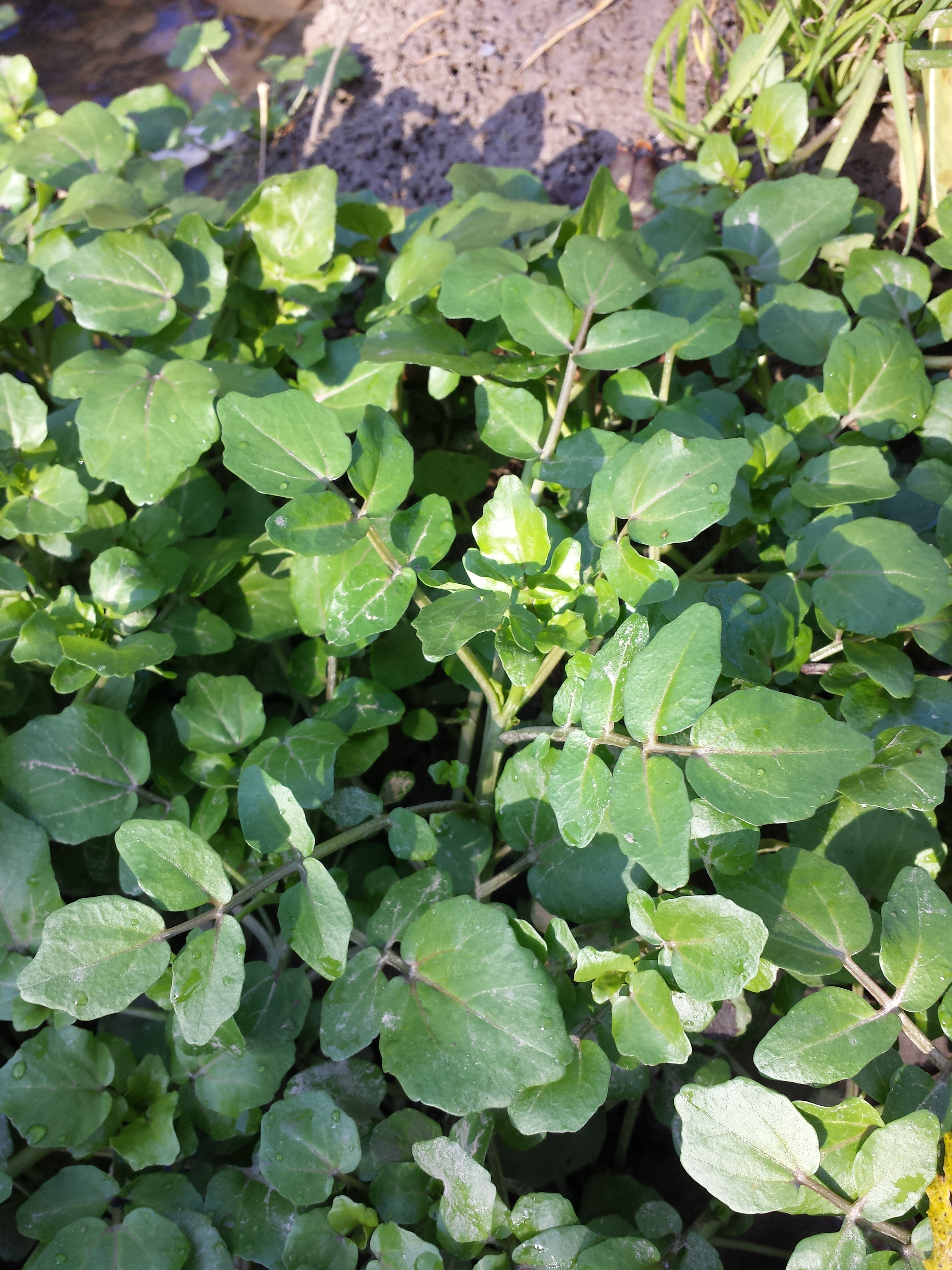
Brunnenkresse
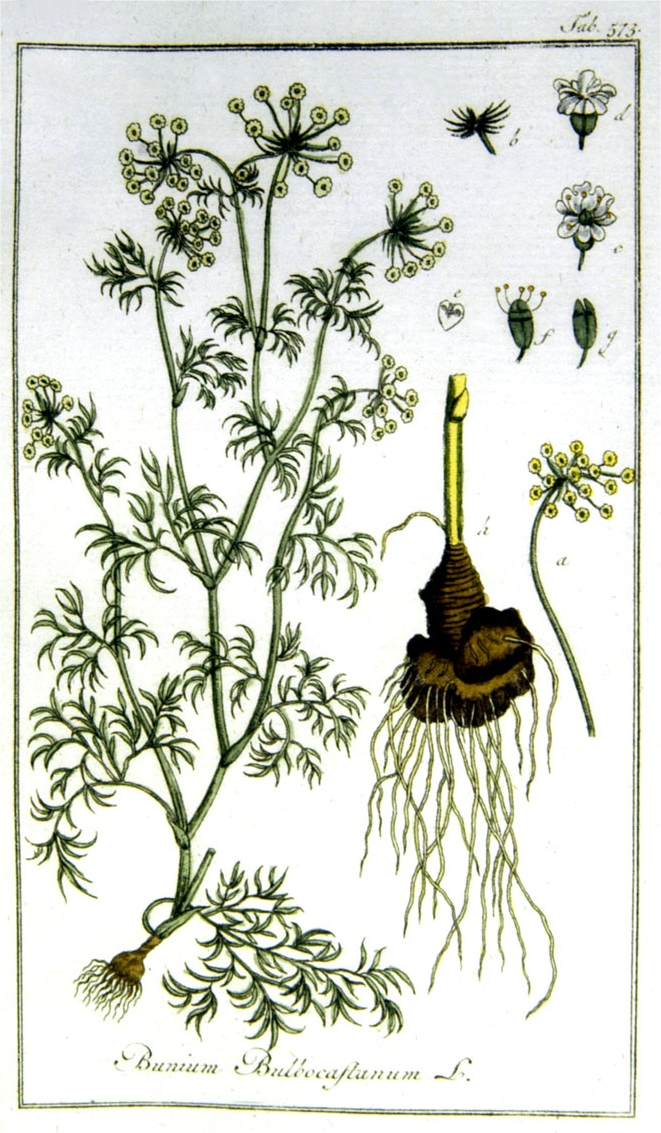
Bunium spp. (Gewöhnlicher Knollenkümmel, Bunium alpinum, Bunium balearicum, Bunium macuca, Bunium pachypodum) (rohe oder gekochte Wurzeln)
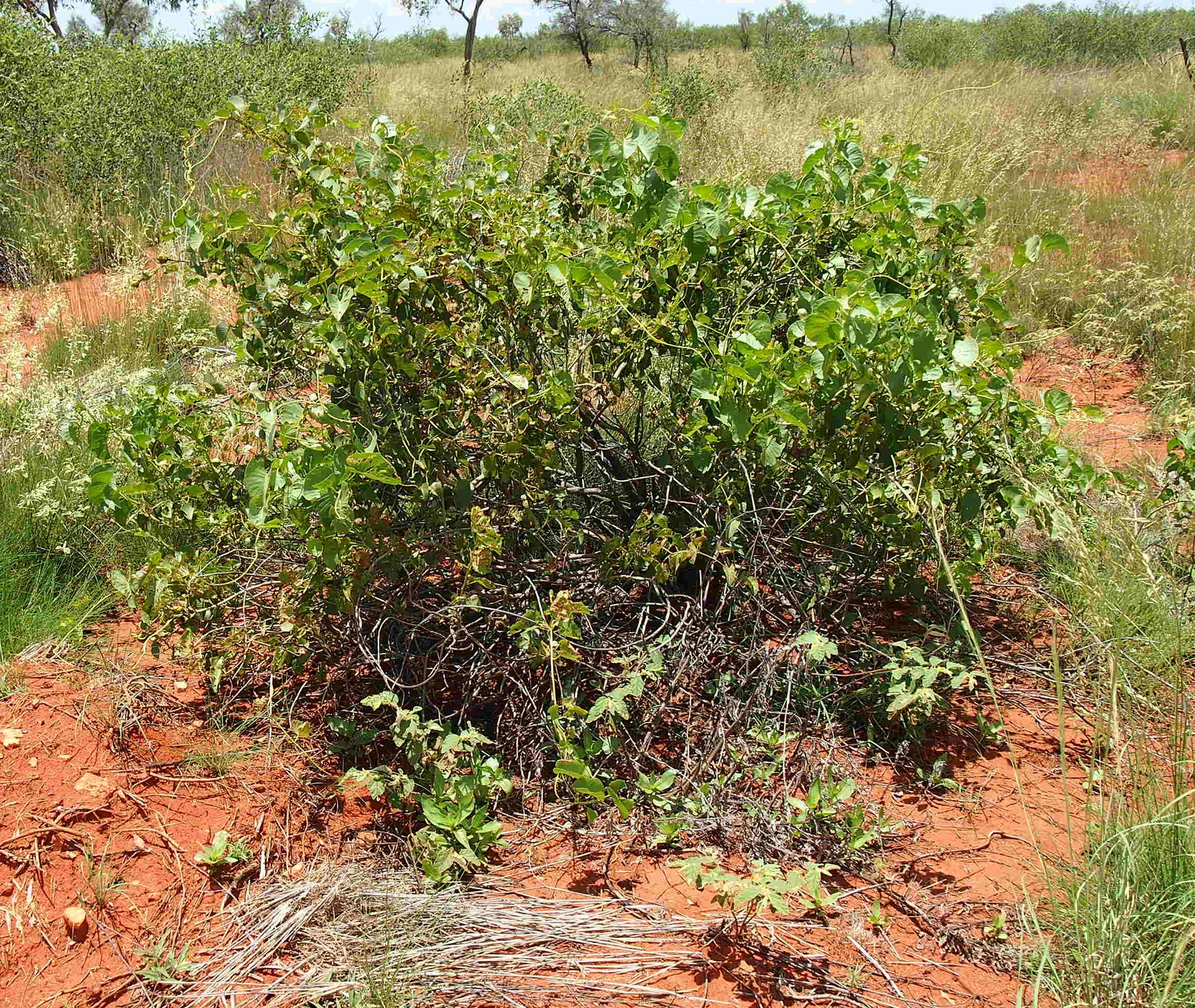
Buschkartoffel (die Knollen werden verwendet; nicht im Bild)
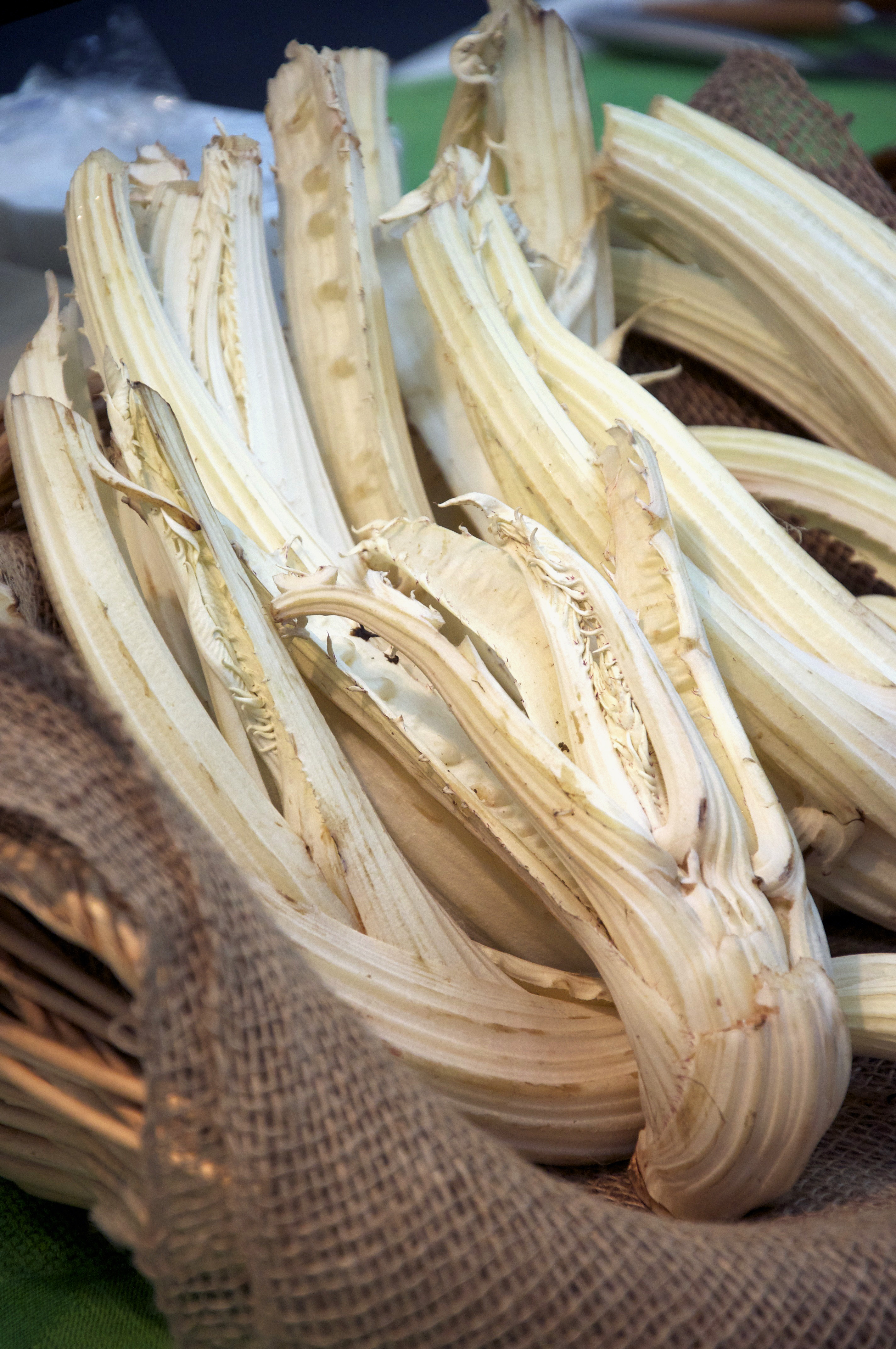
Cardy (Karde, Kardone)
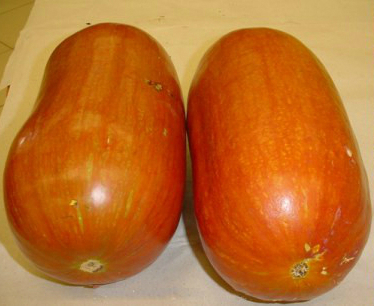
Cassabanana
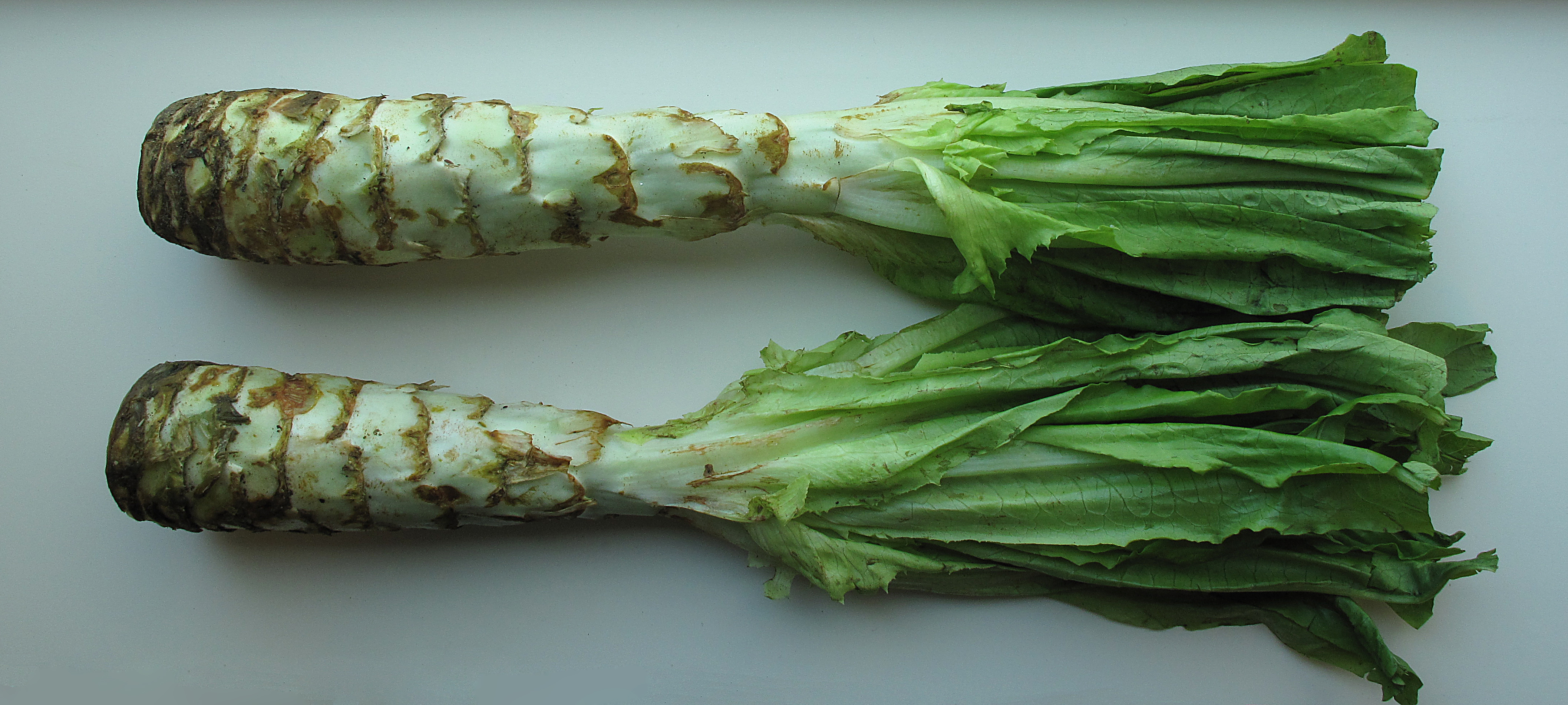
Celtuce (Spargelsalat) (Lactuca sativa var. angustana, Lactuca sativa var. longifolia)
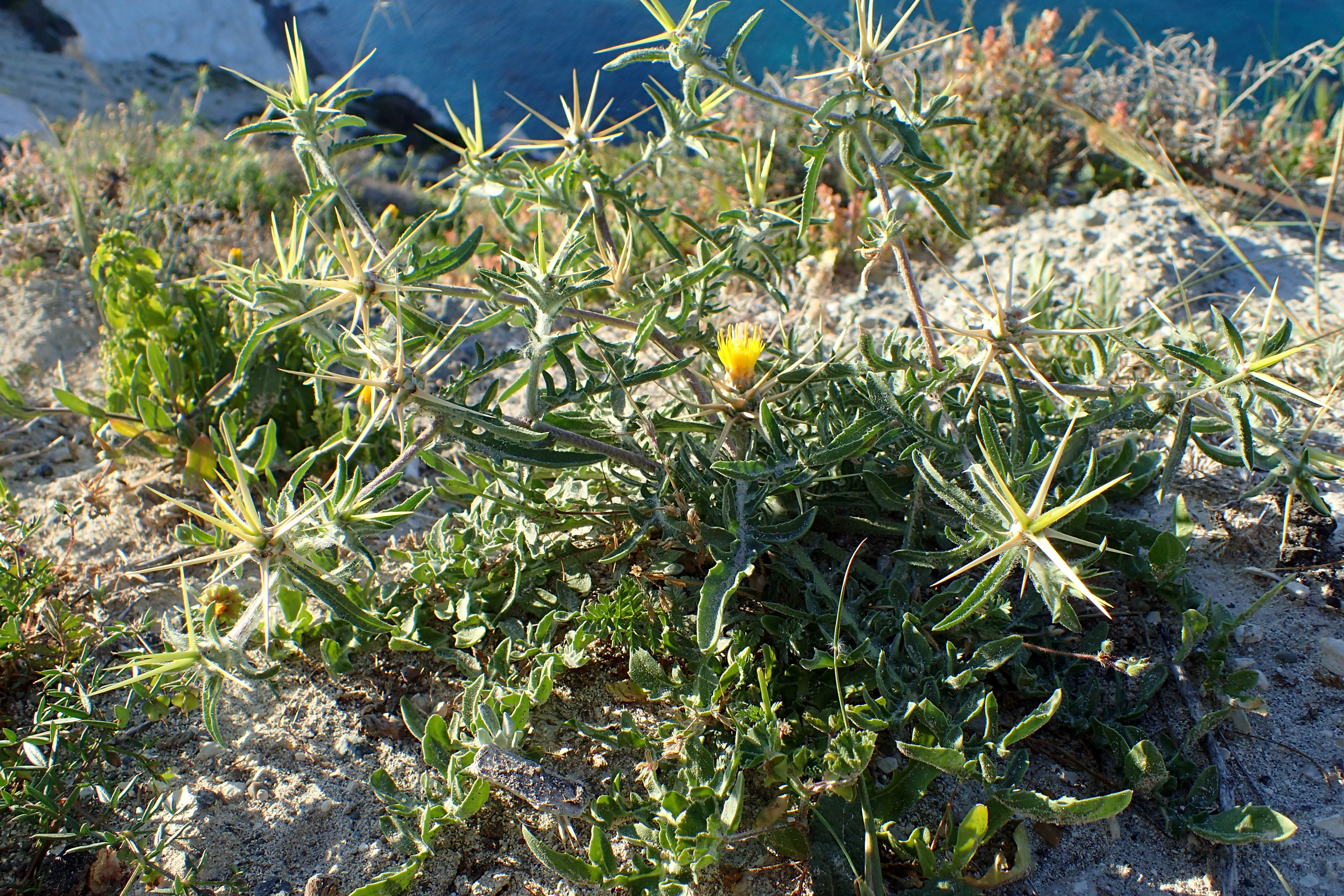
Centaurea hyalolepis (auch Stern-Flockenblume, Centaurea iberica, Notobasis syriaca) (Blätter meist nur gekocht)
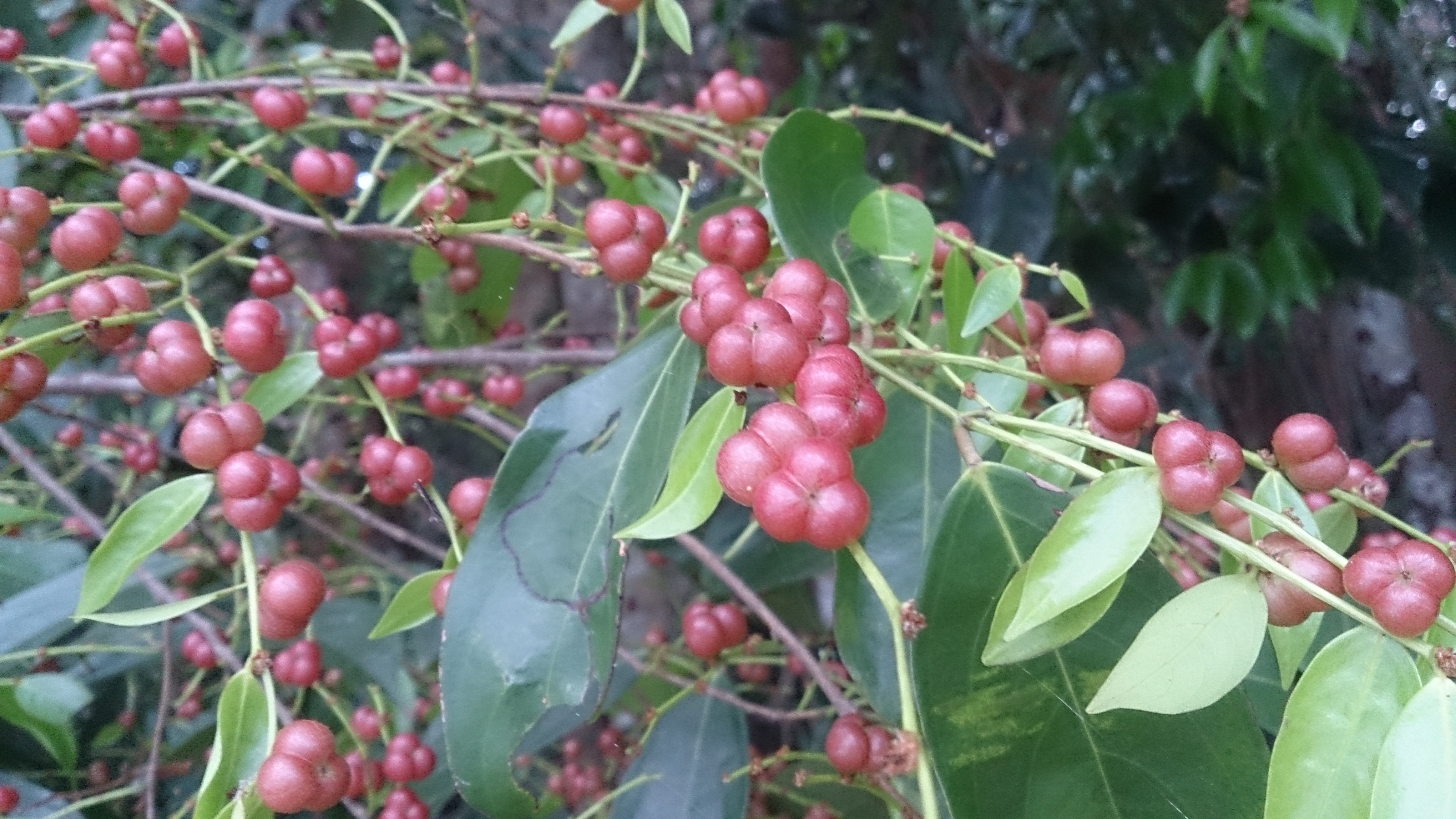
Champereia manillana (junge Früchte und Blätter)
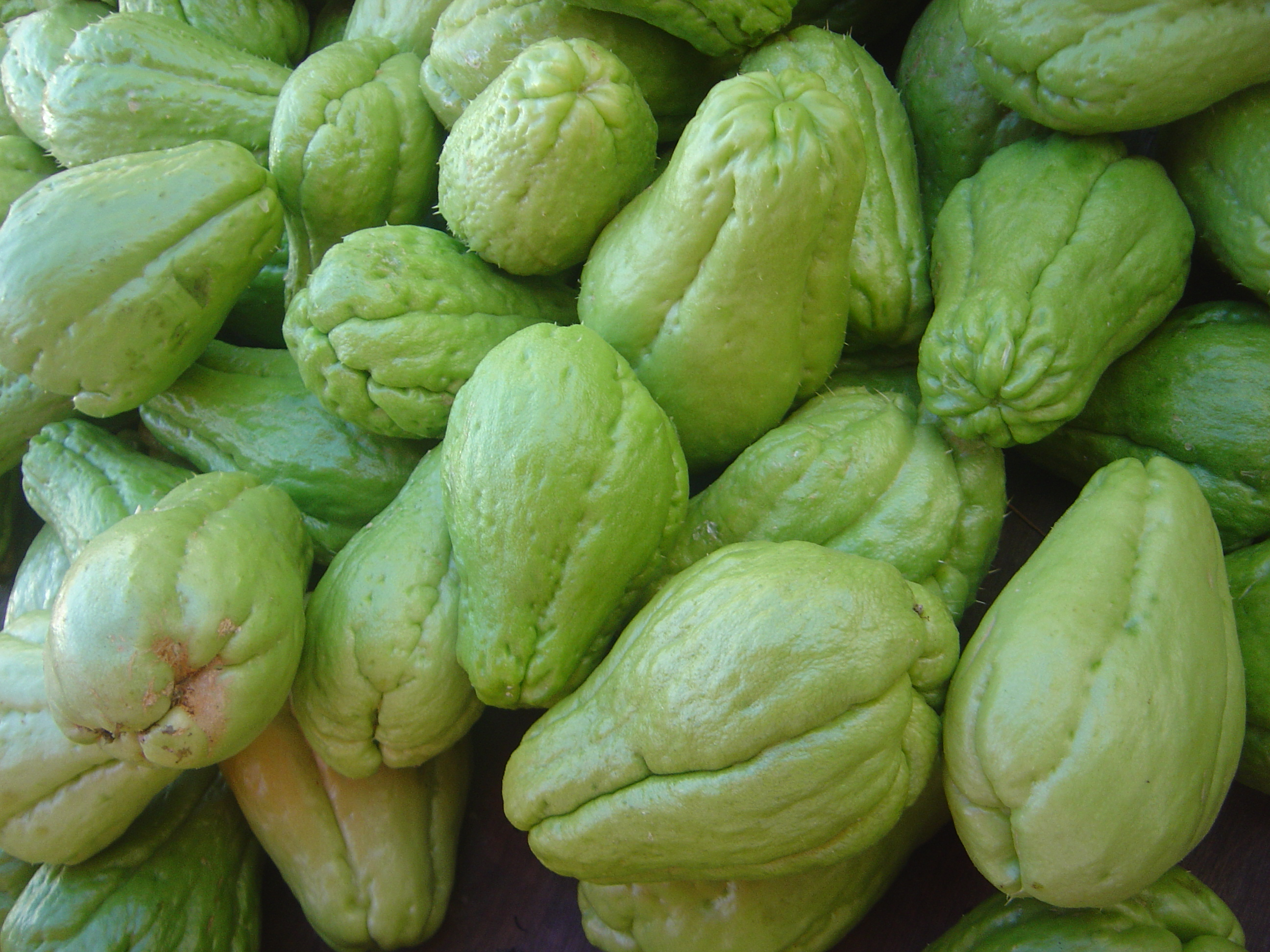
Chayote (auch die Wurzeln) (ähnlich ist Sechium tacaco)
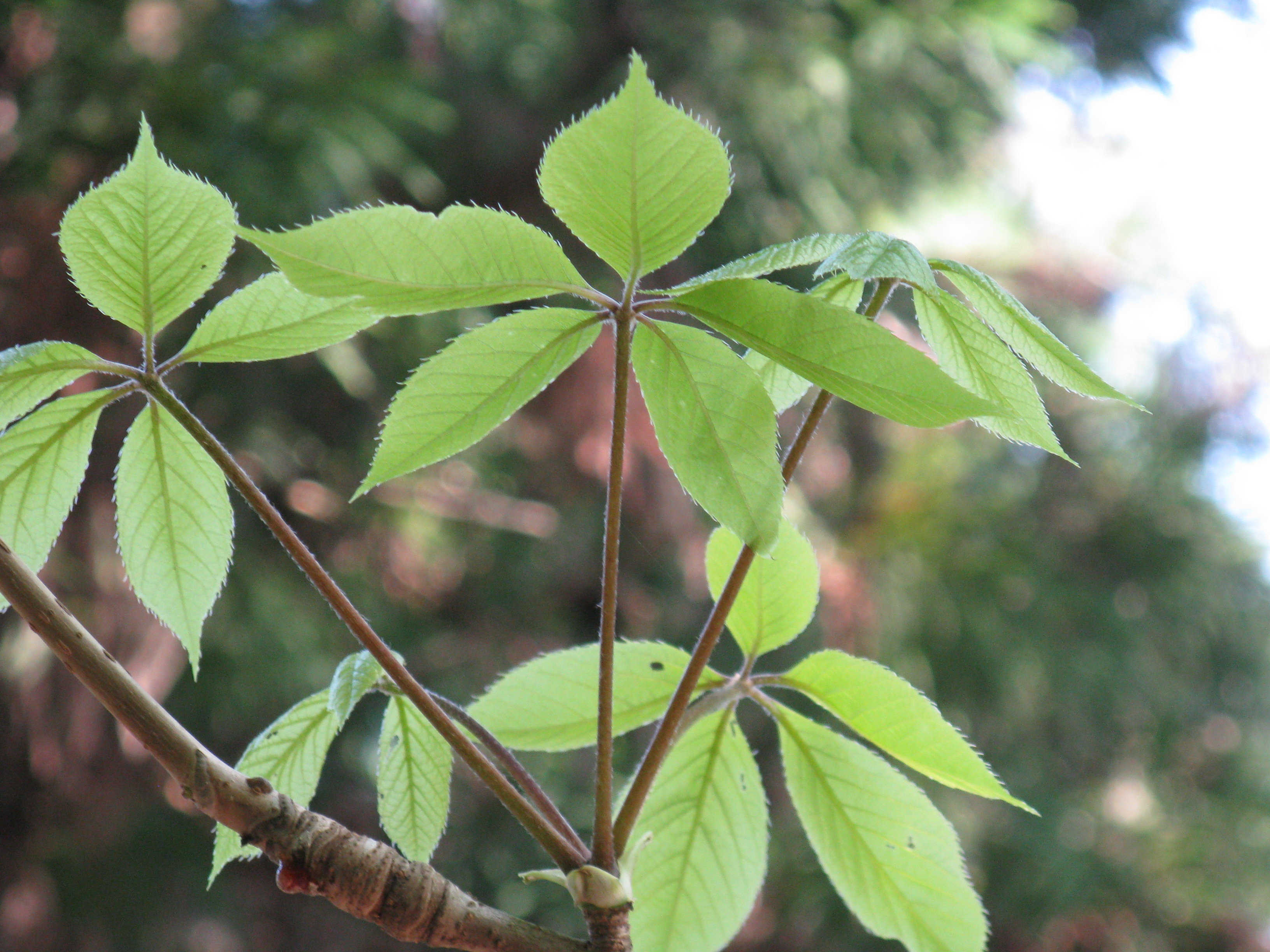
Chengiopanax sciadophylloides (junge Blätter, Blattsprossen)
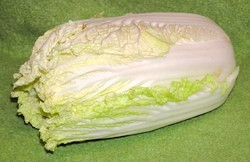
Chinakohl (Jägersalat) (auch als Mini)
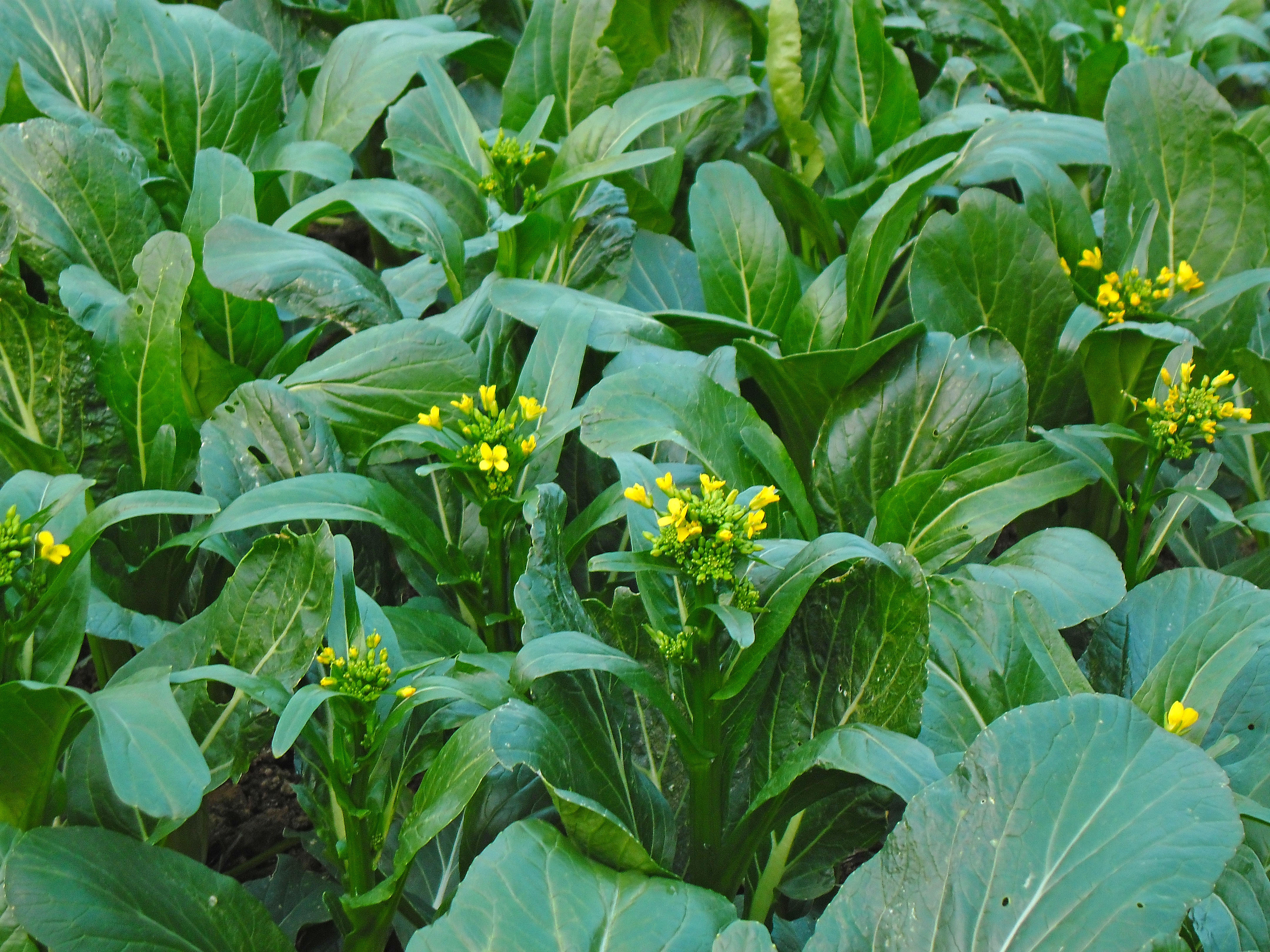
Choi Sum (Chinesischer Blütenkohl) (Brassica rapa var. parachinensis)
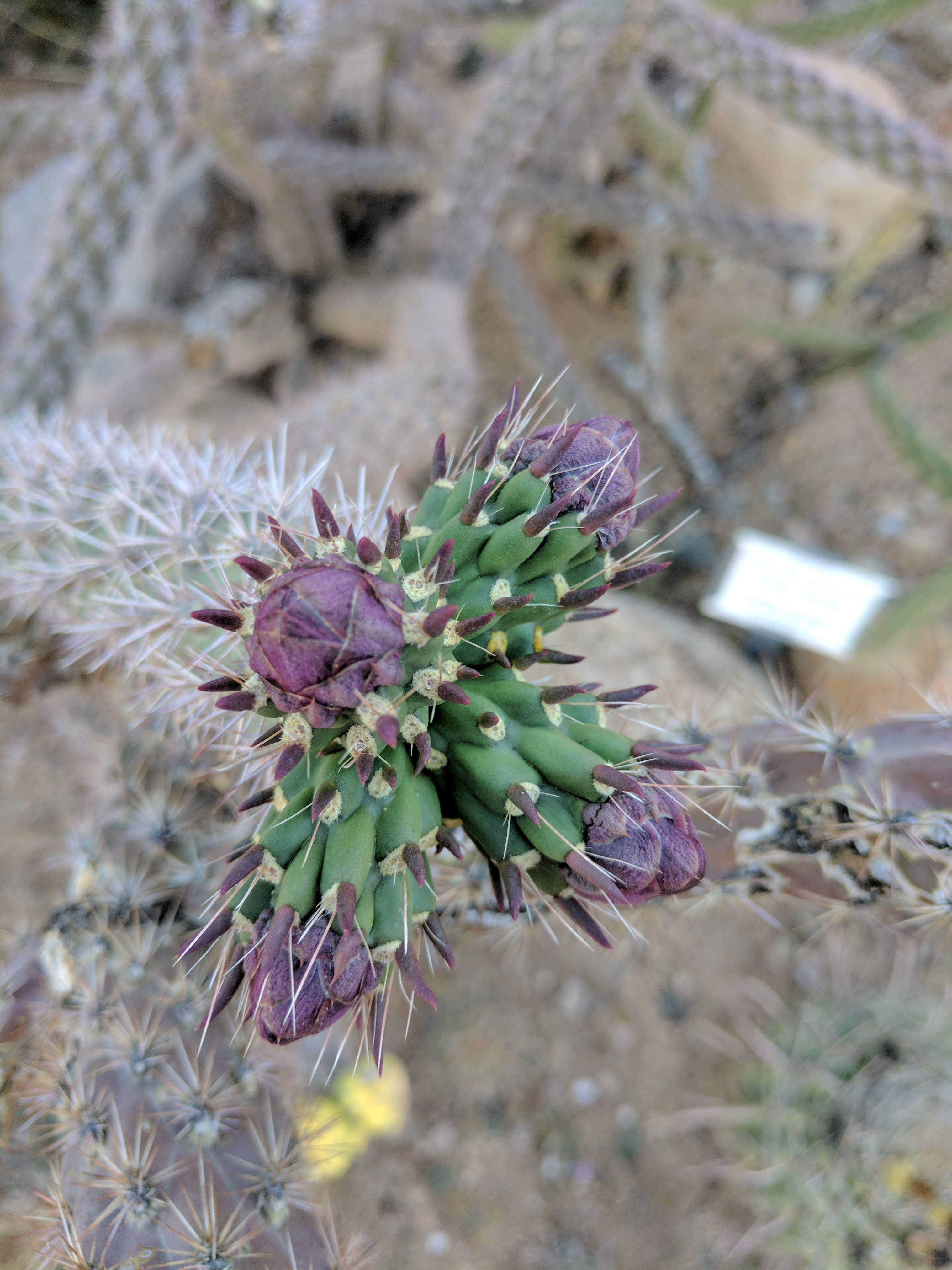
ungeöffnete Chollaknospen
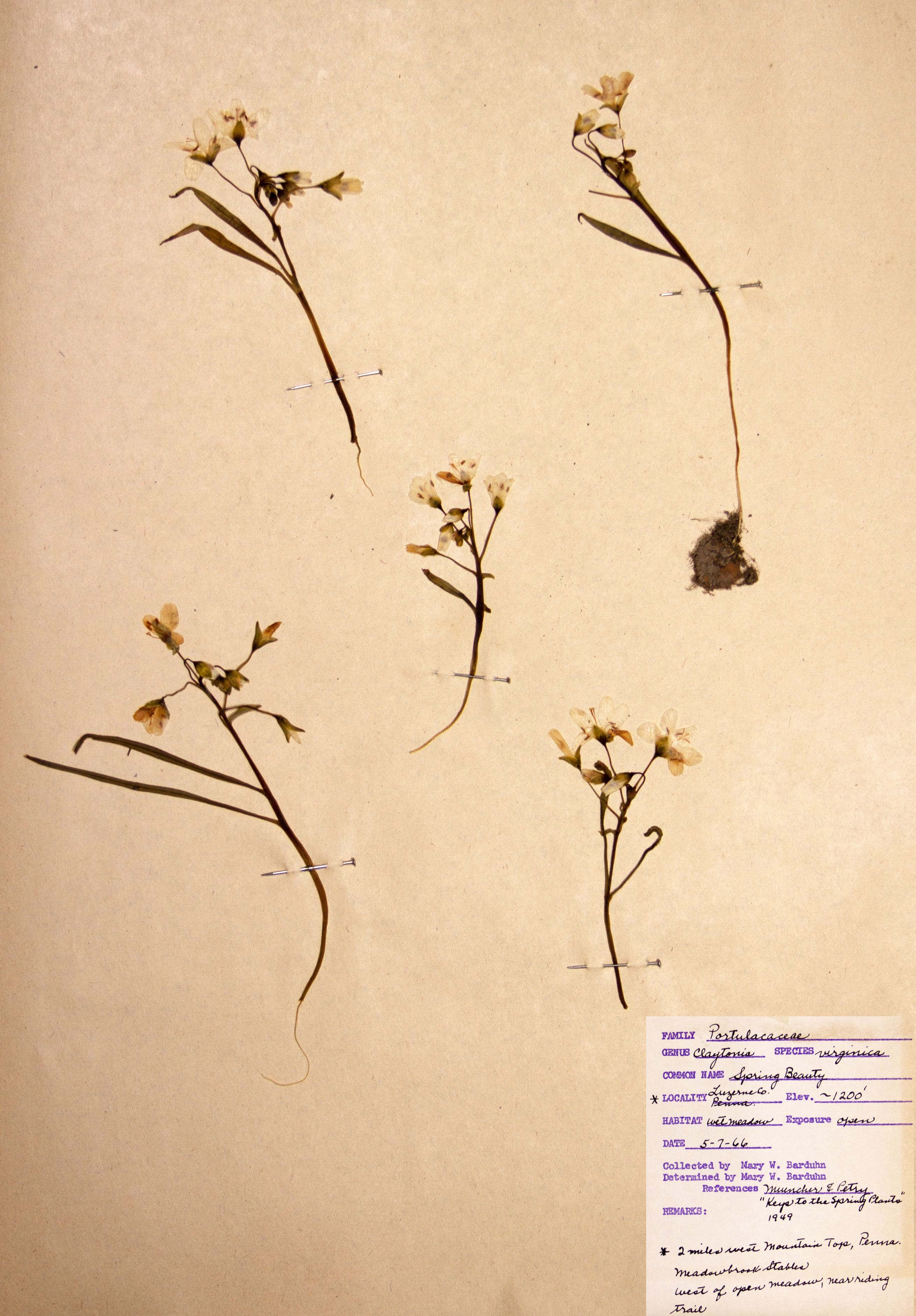
Claytonia virginica (die kleinen Knollen werden verwendet)
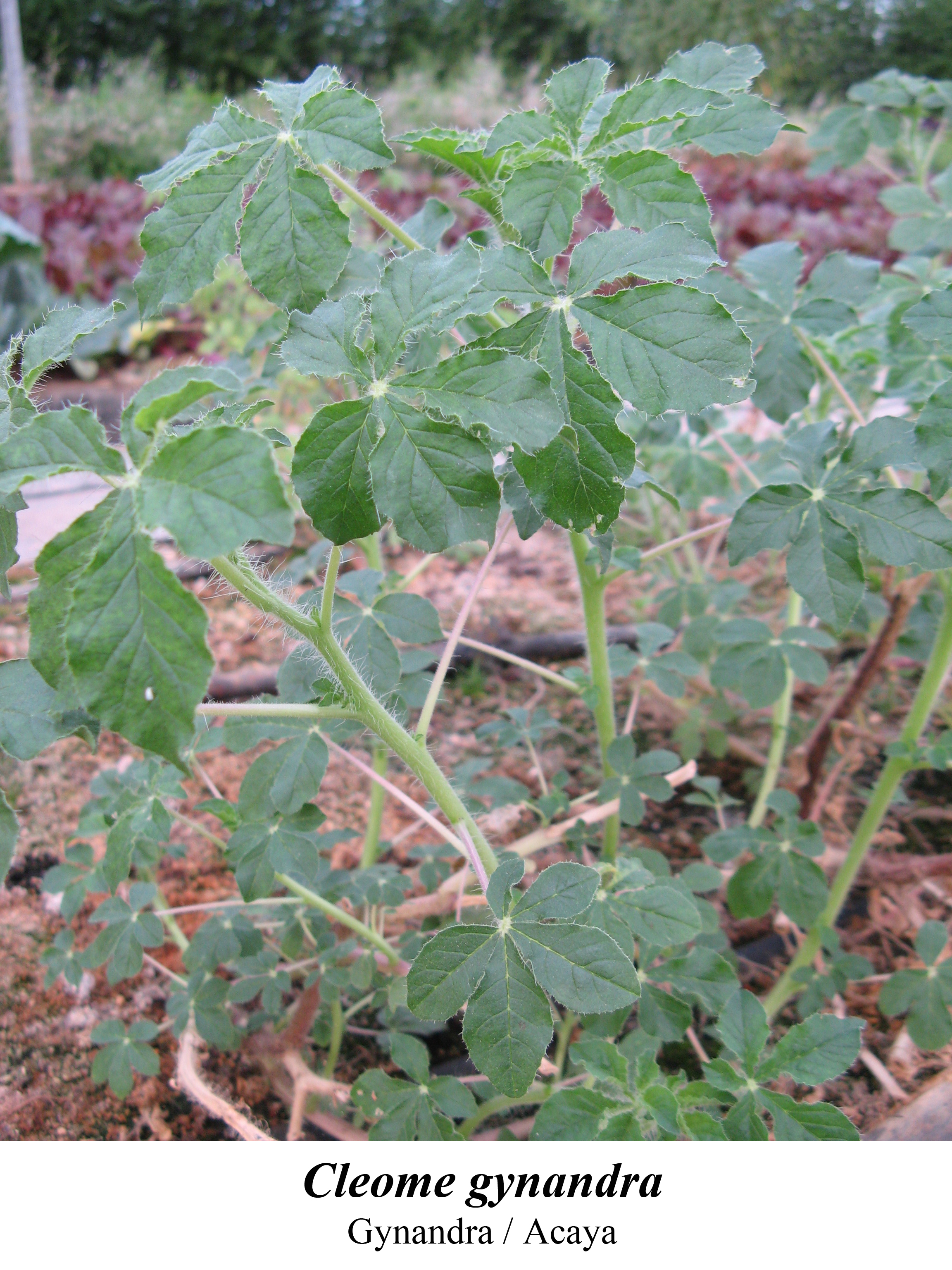
Cleome gynandra (Blätter)
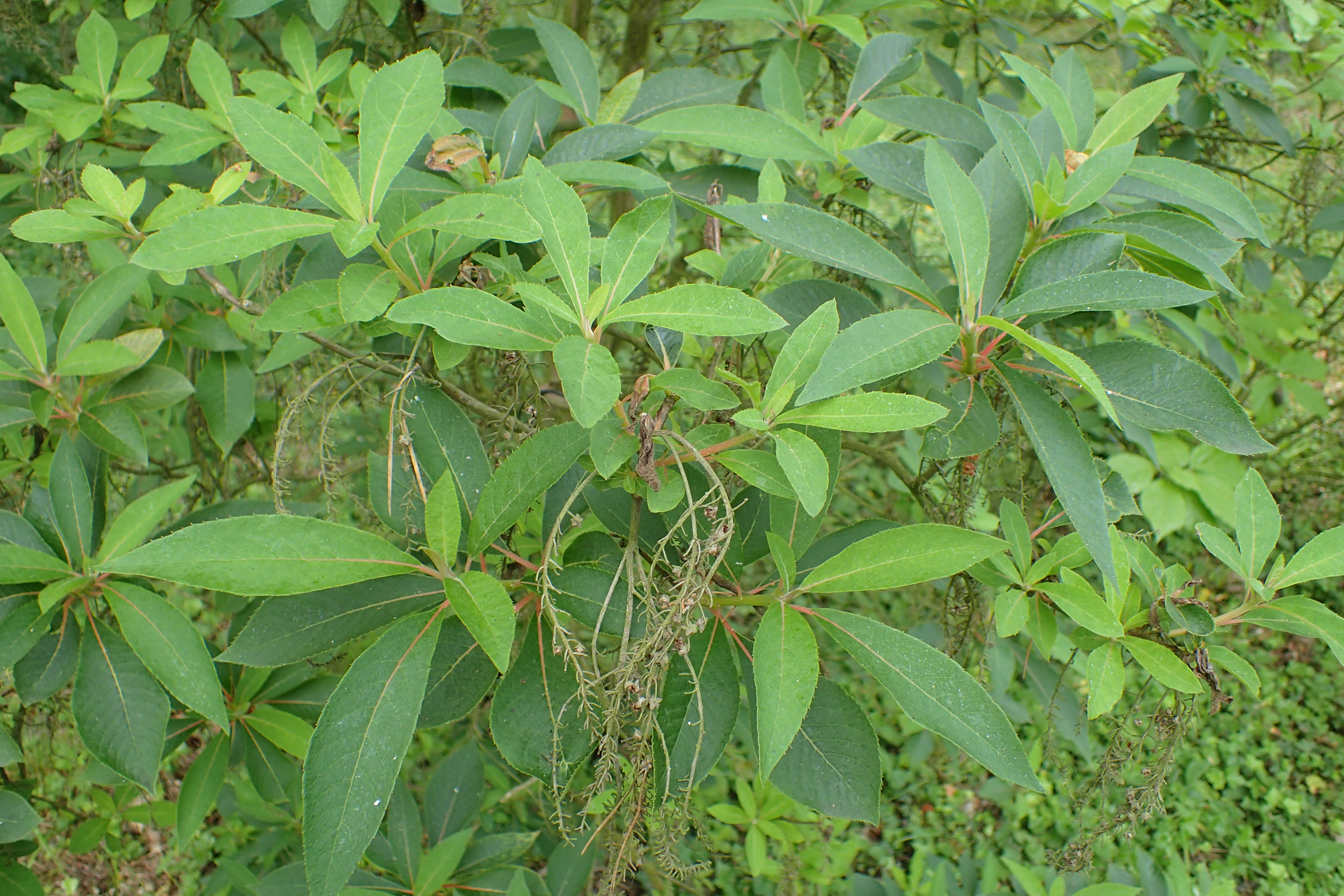
Clethra barbinervis (Blätter)
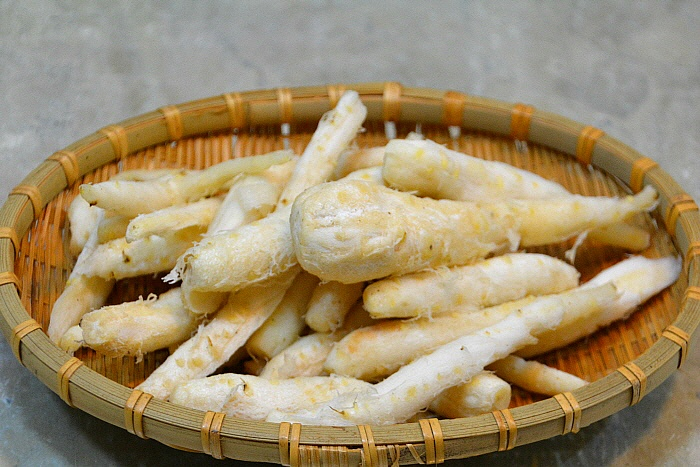
Codonopsis lanceolata (Deodeok) (Wurzeln und junge Pflanzen)
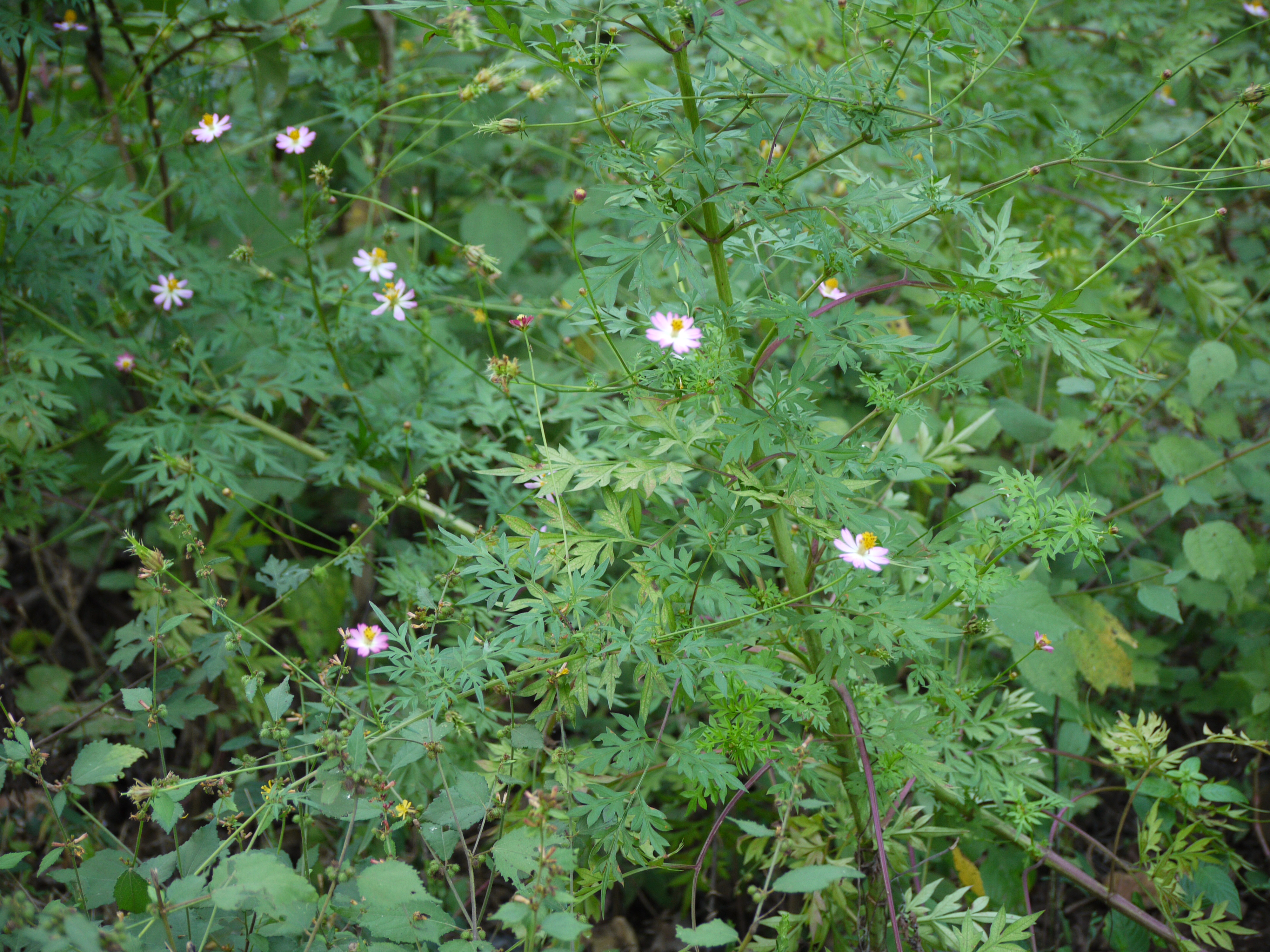
Cosmos caudatus (mögl. auch Cosmos sulphureus) (junge Blätter und Blütenknospen)
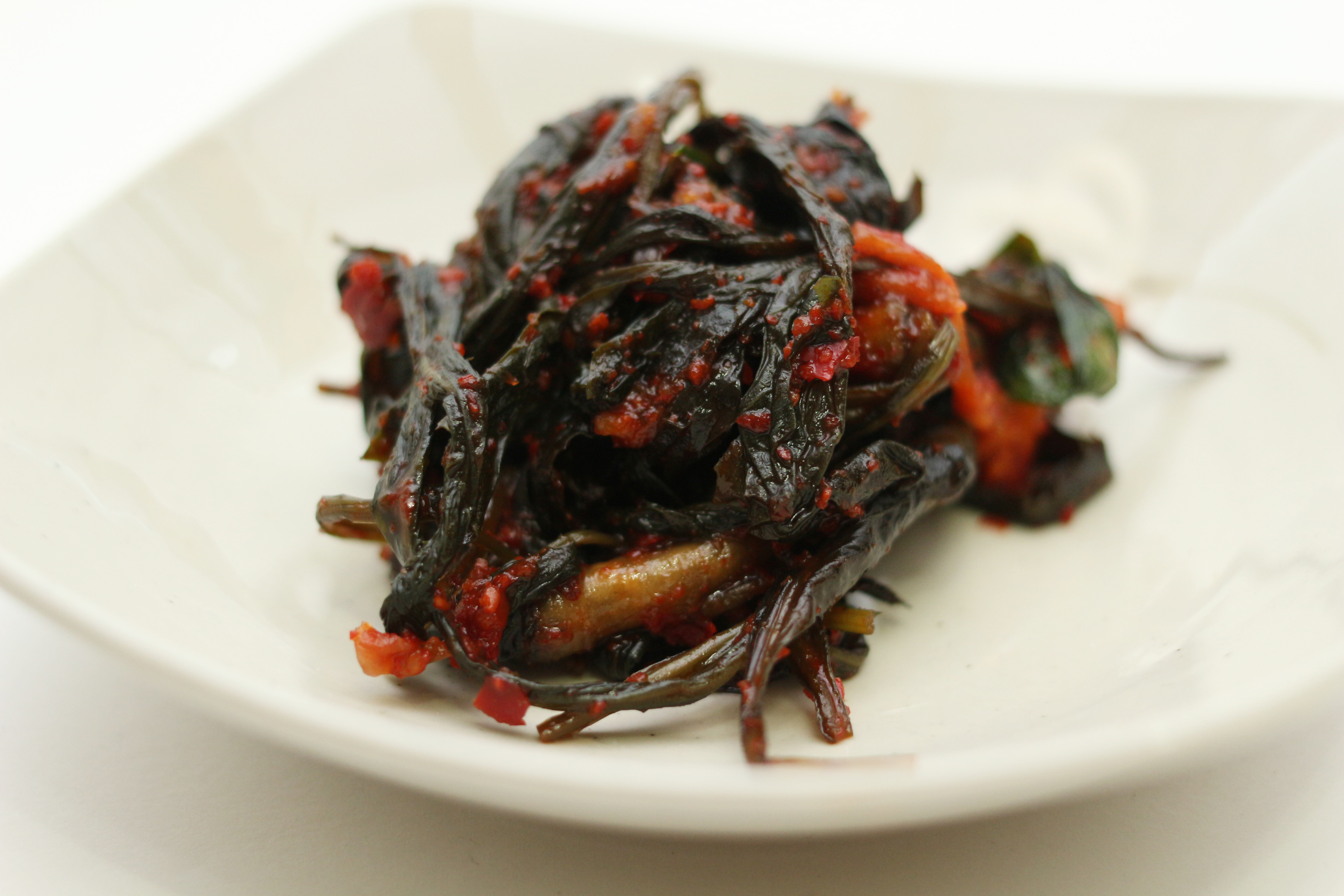
Crepidiastrum sonchifolium
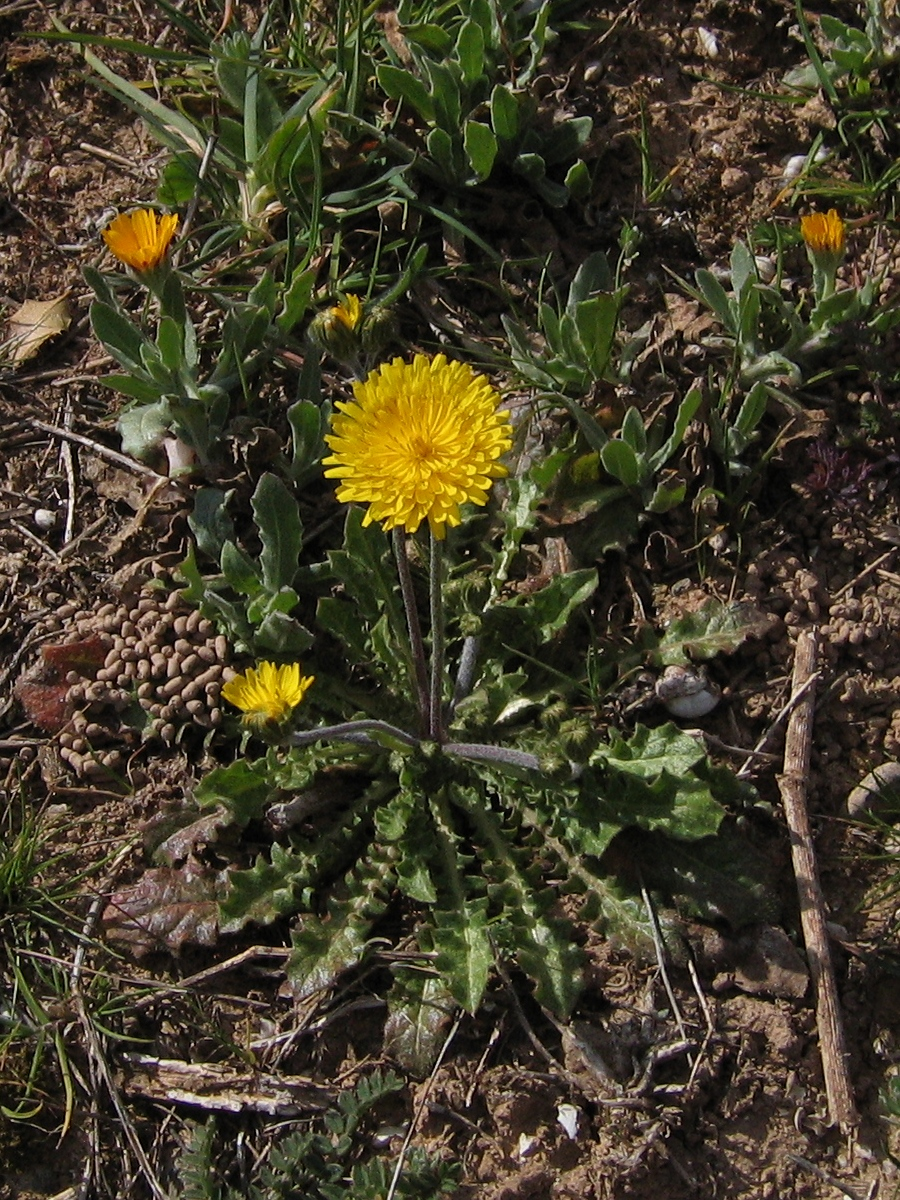
Crepis spp. (Crepis dioscoridis, Crepis rubra, Crepis sancta)
Commelina tuberosa (die länglichen Wurzeln werden verwendet; nicht im Bild)
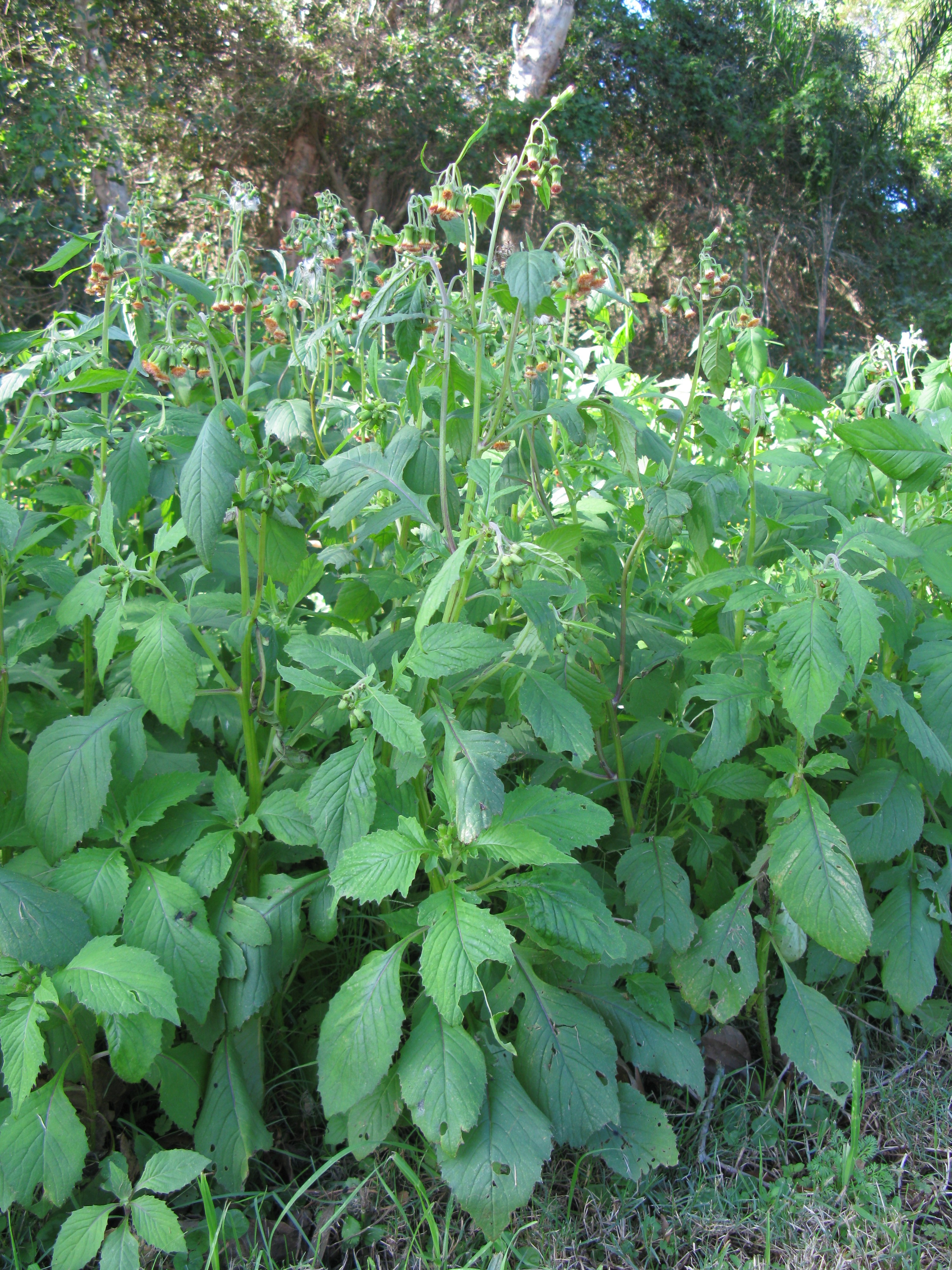
Crassocephalum crepidioides
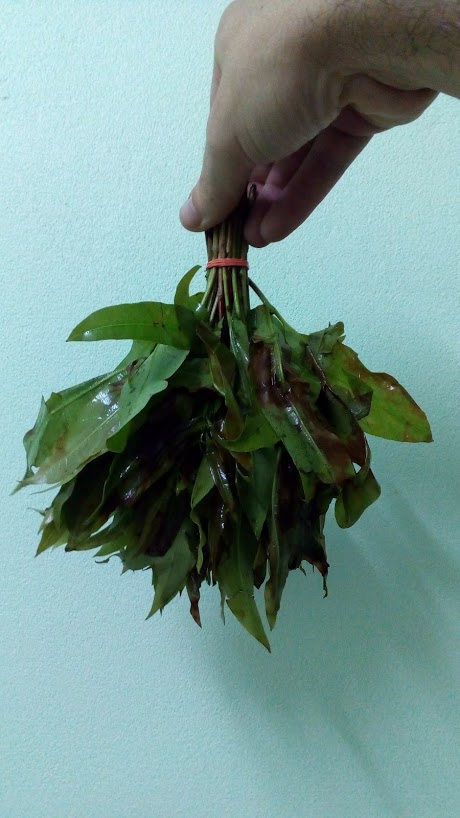
Cratoxylum formosum (junge Sprossen meist roh)
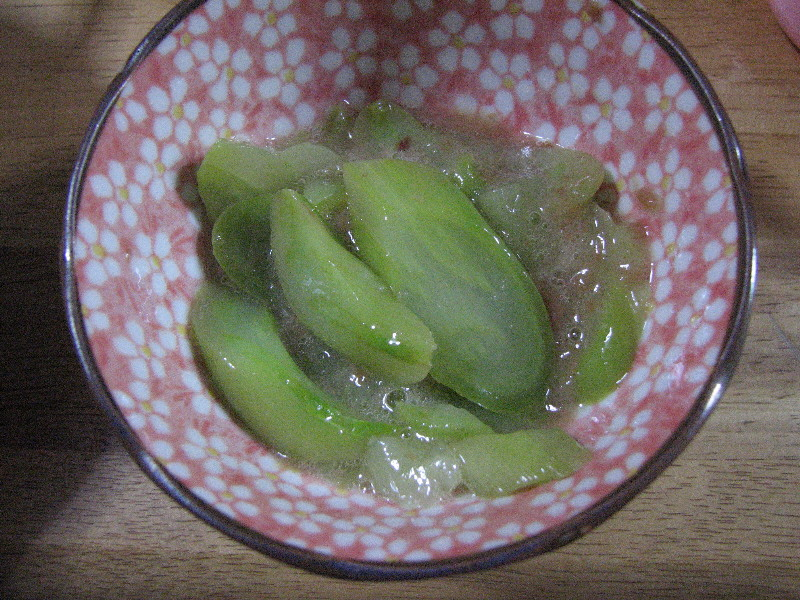
Cyathea lepifera (die großen Sprossspitzen; wie Farnspitzen nur viel größer)
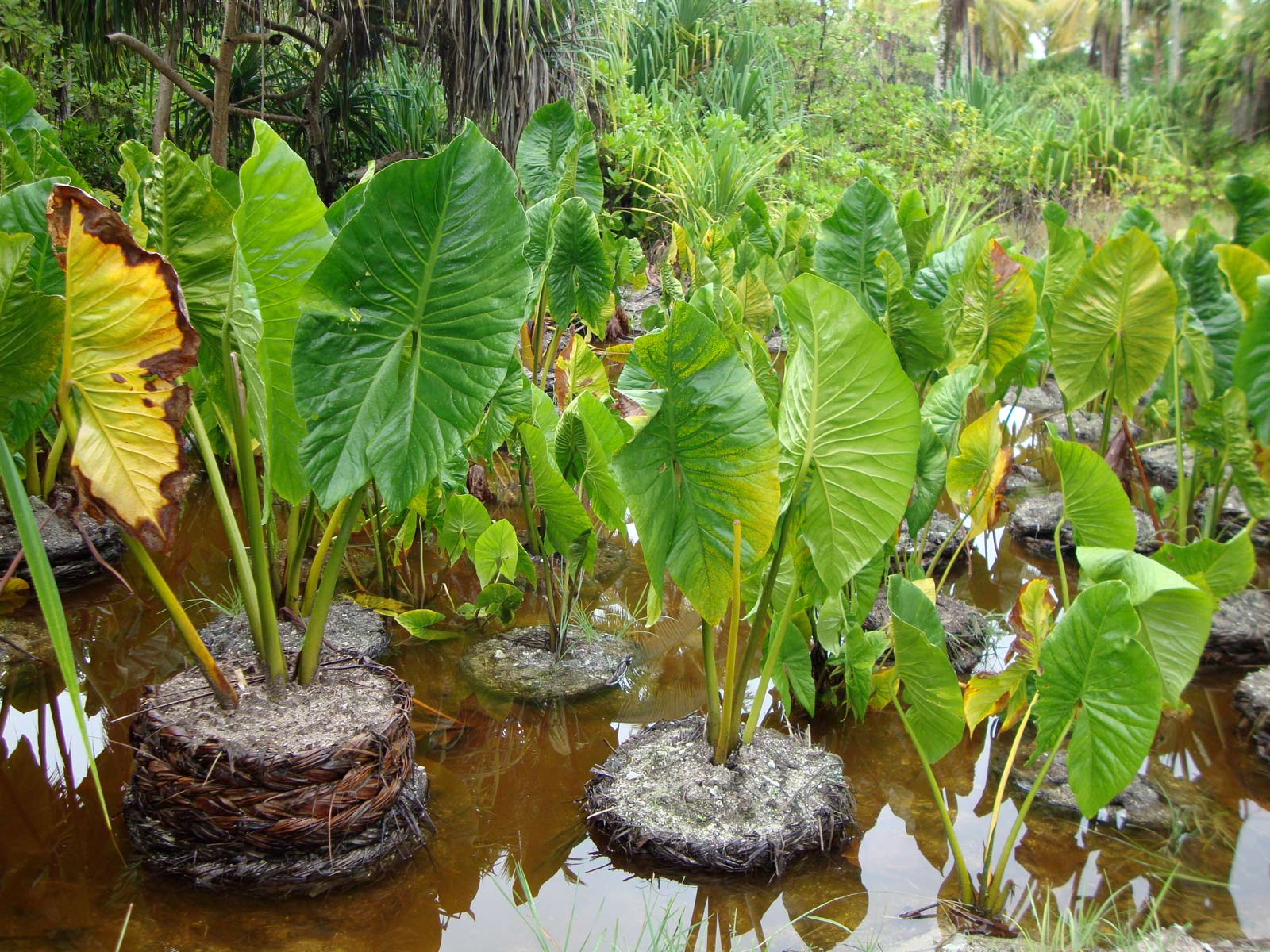
Cyrtosperma merkusii (die Knollen werden verwendet; nicht im Bild)
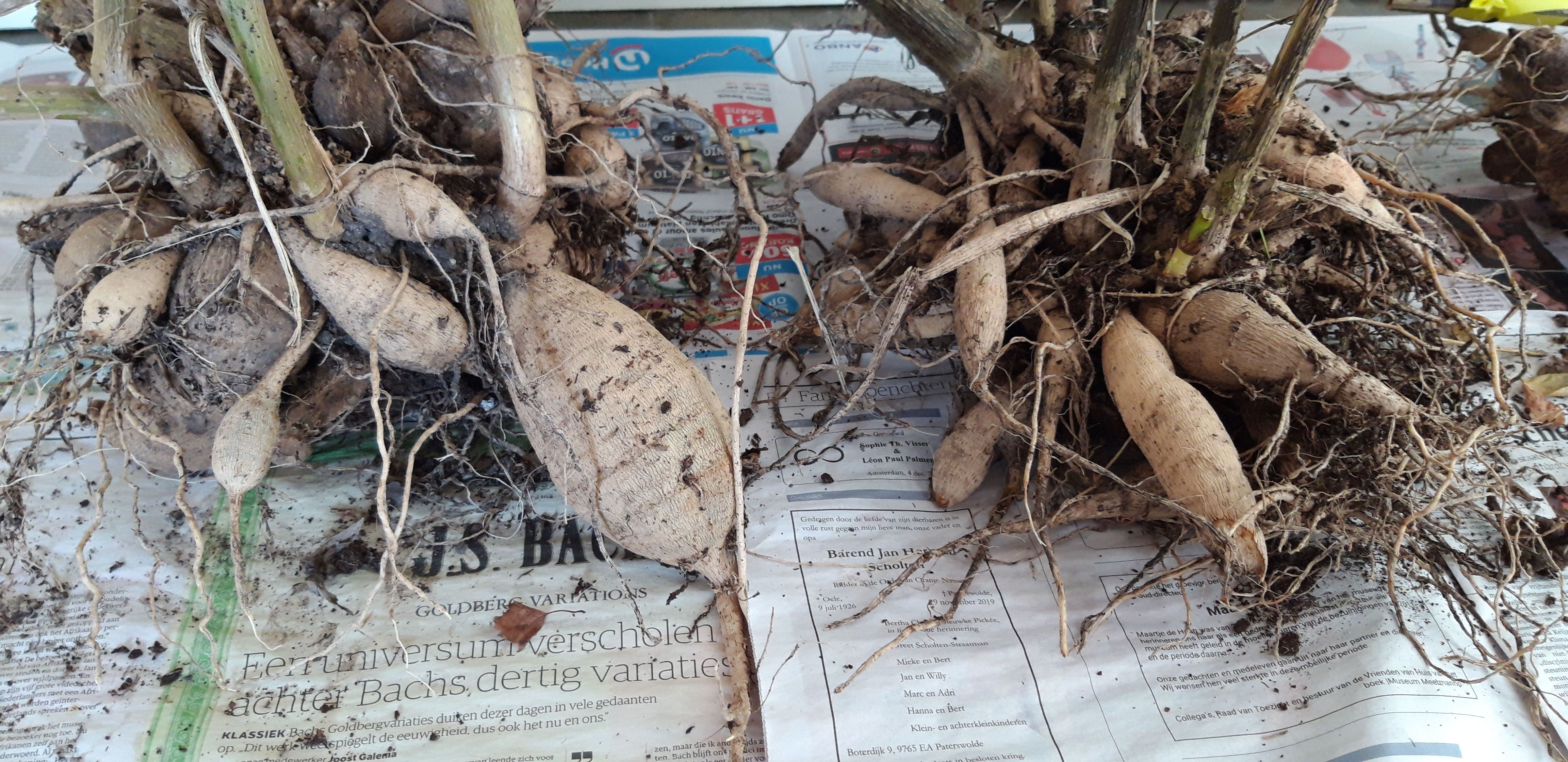
Dahlienwurzeln (Garten-Dahlie, Großfiedrige Dahlie, Scharlach-Dahlie)
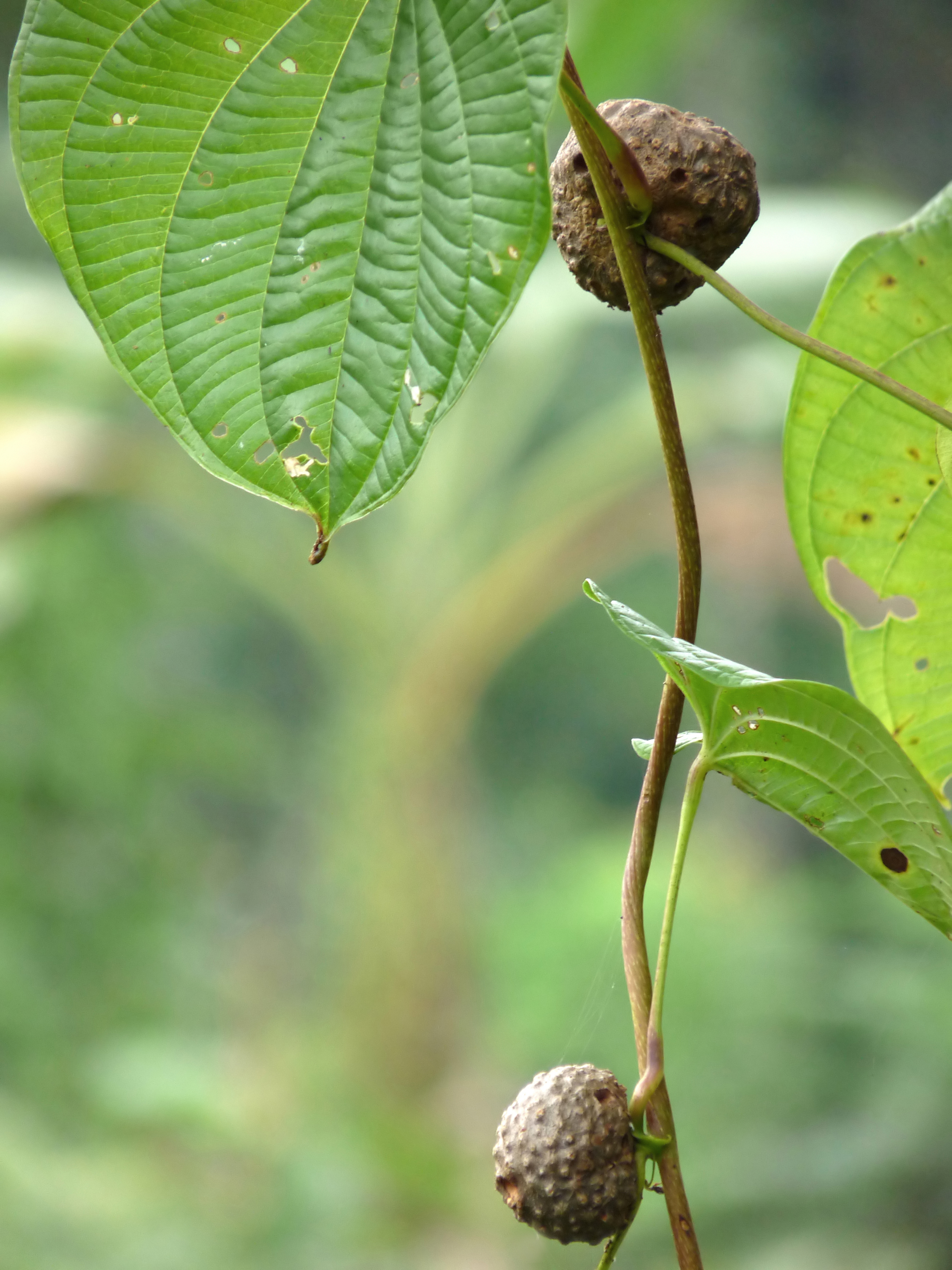
Dioscorea bulbifera (Luftkartoffel, Luftyams)
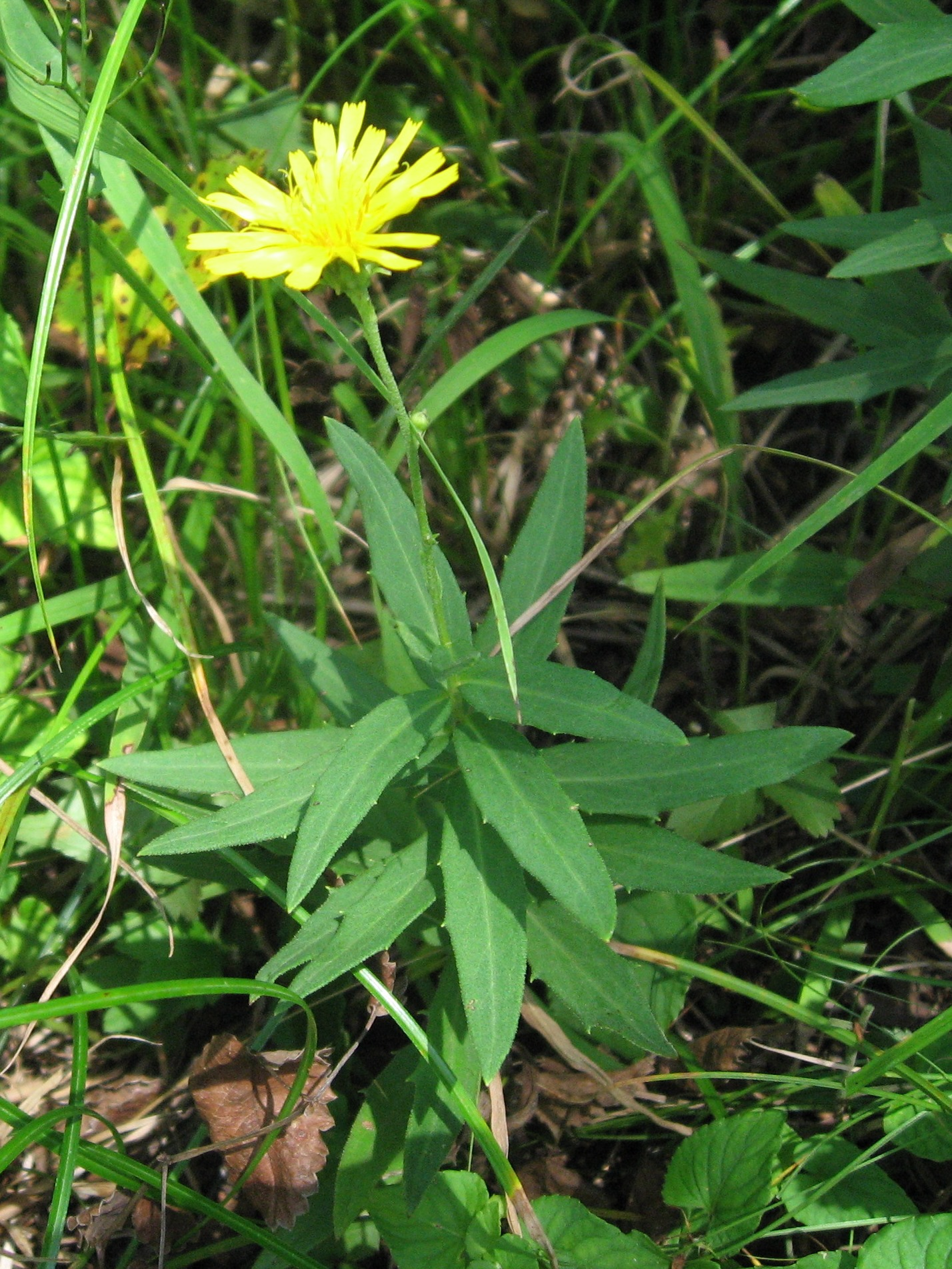
Doldiges Habichtskraut (Jobap-namul) (junge Blätter)
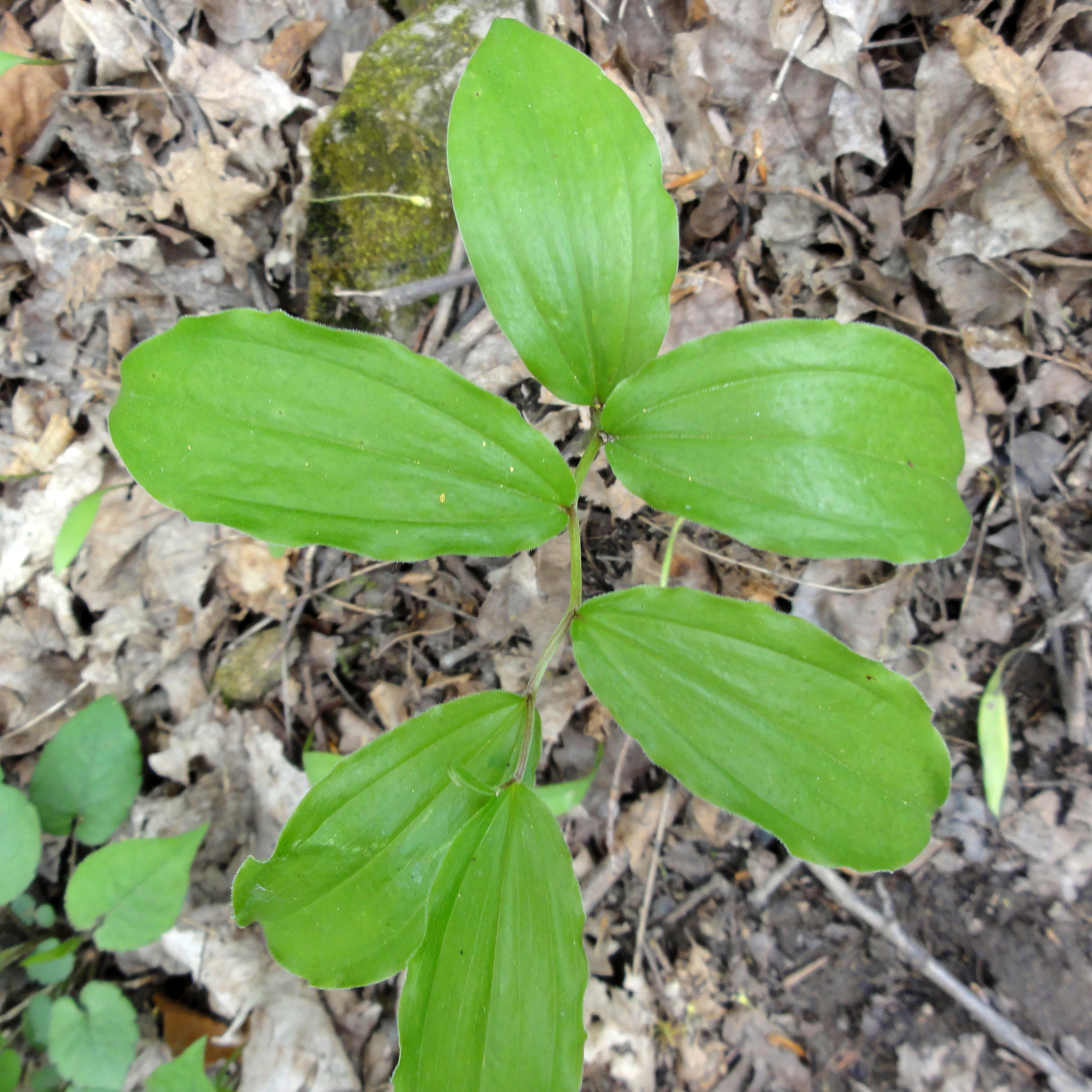
Duftsiegel (junge Sprosse und Wurzeln)
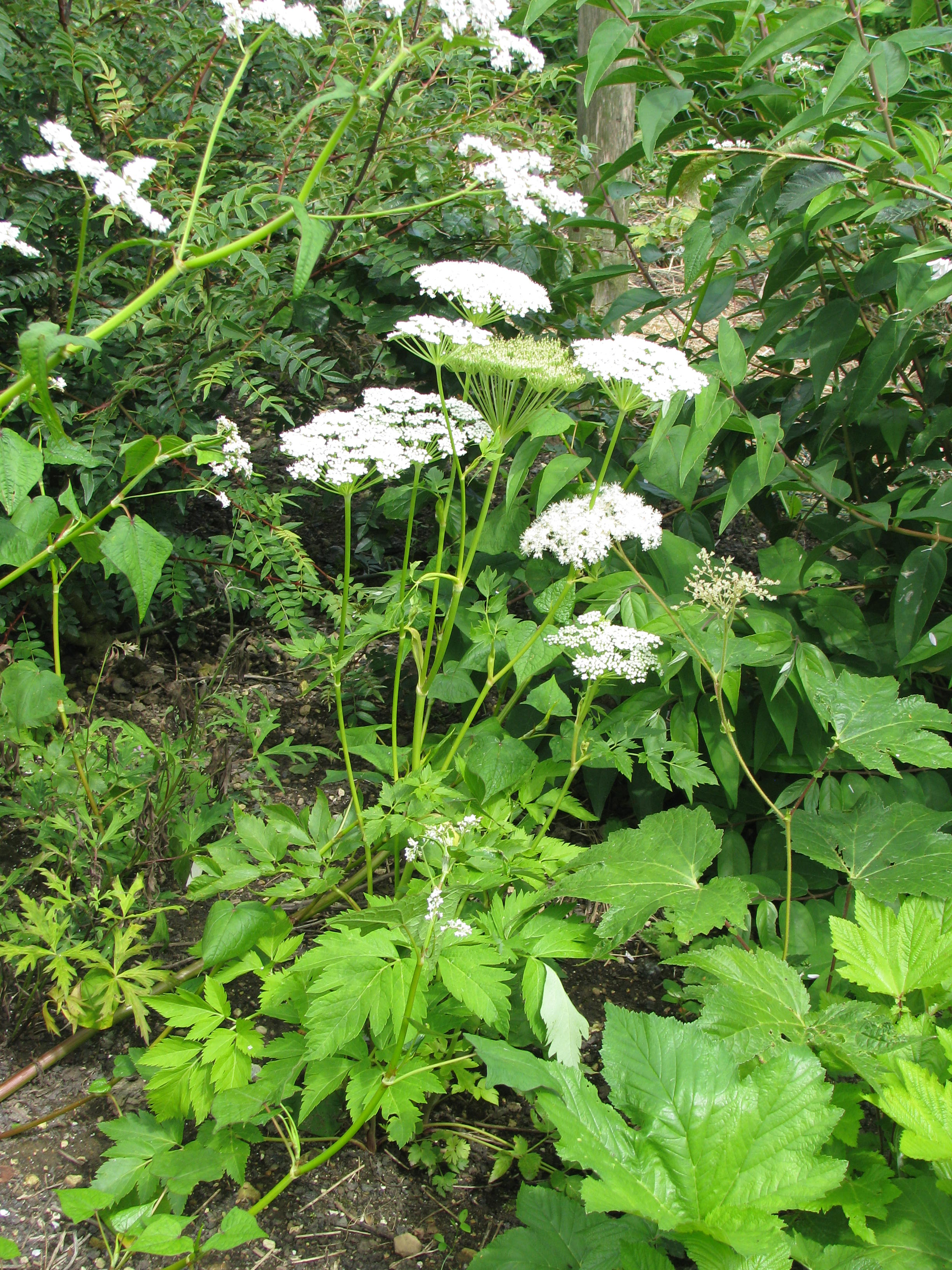
Dystaenia takeshimana (Koreanische Sellerie)
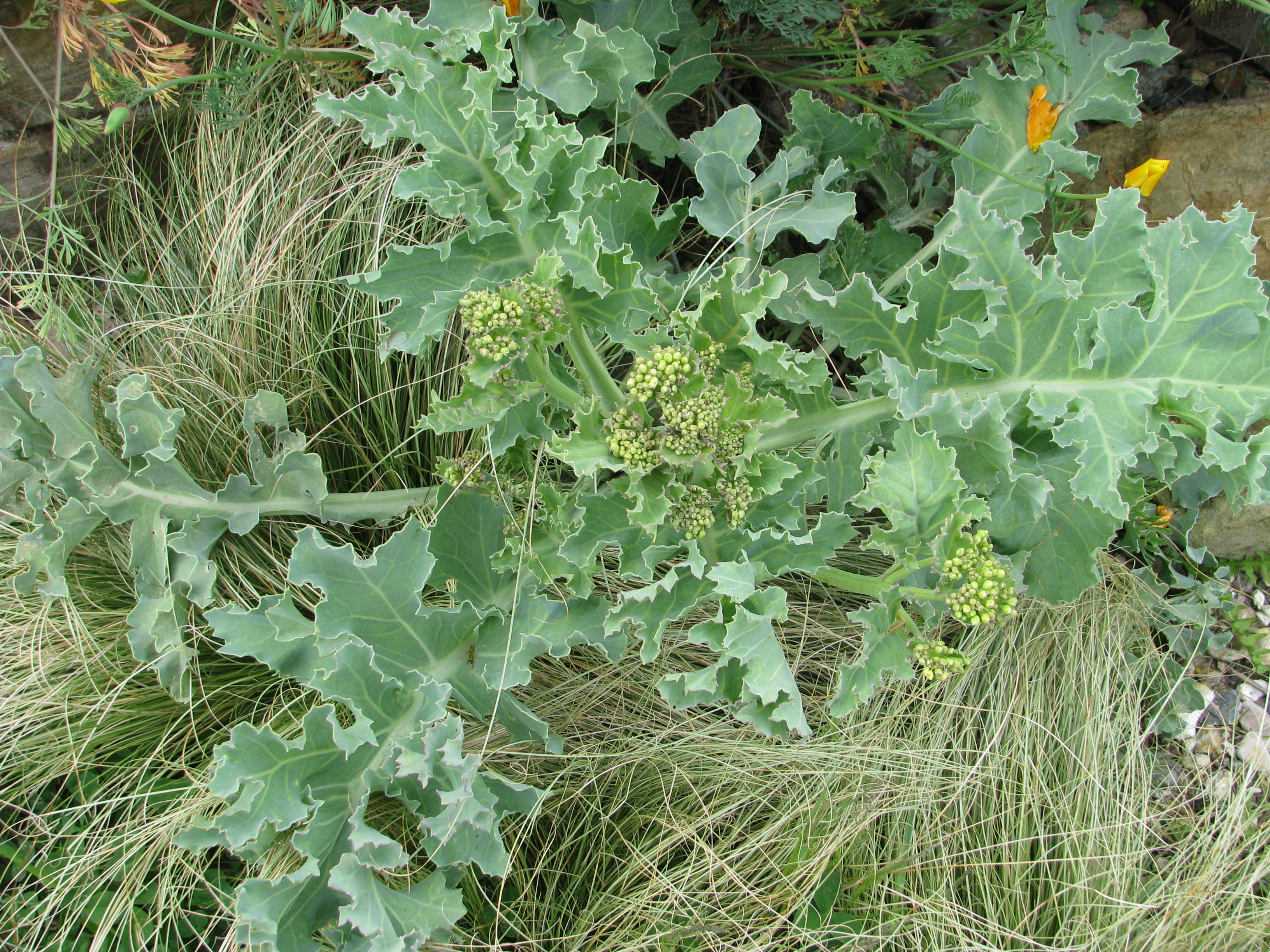
Echter Meerkohl (ähnlich sind Crambe orientalis, Crambe cordifolia, Crambe kotschyana, Crambe tatarica) (junge Blätter, Sprossen sowie Wurzeln und Blütenknospen)
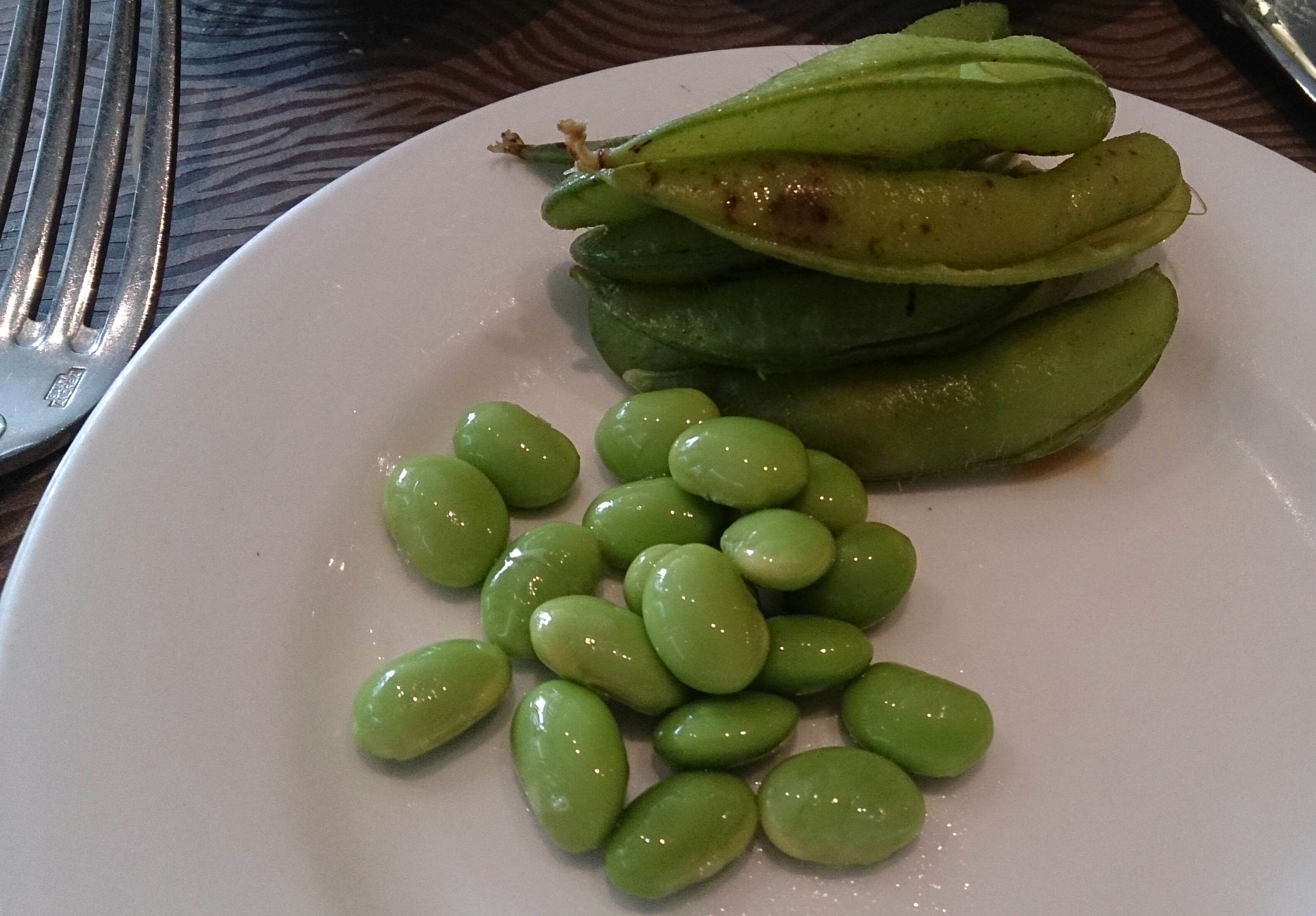
Edamame
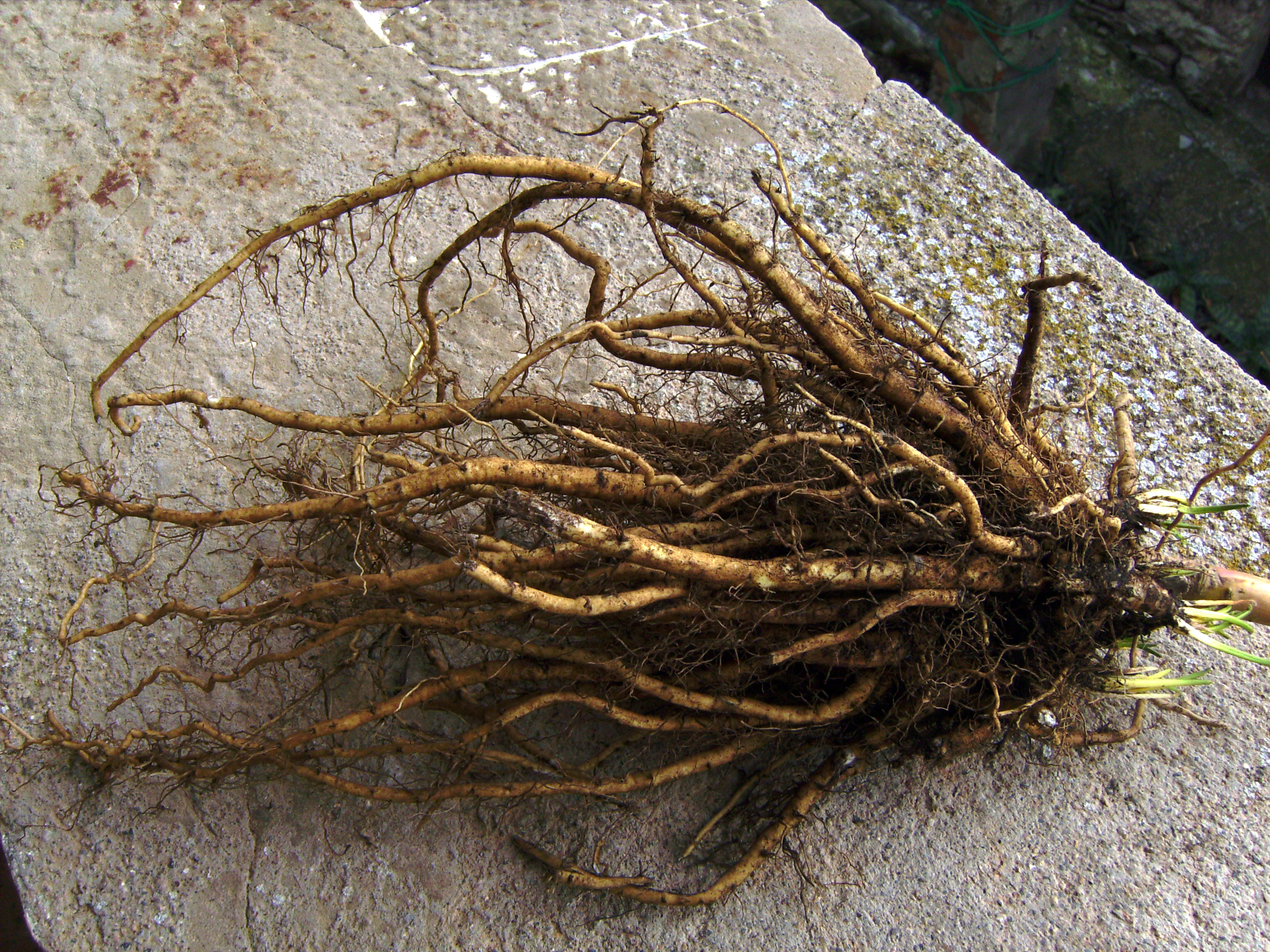
Eibisch (Wurzeln und Blätter)
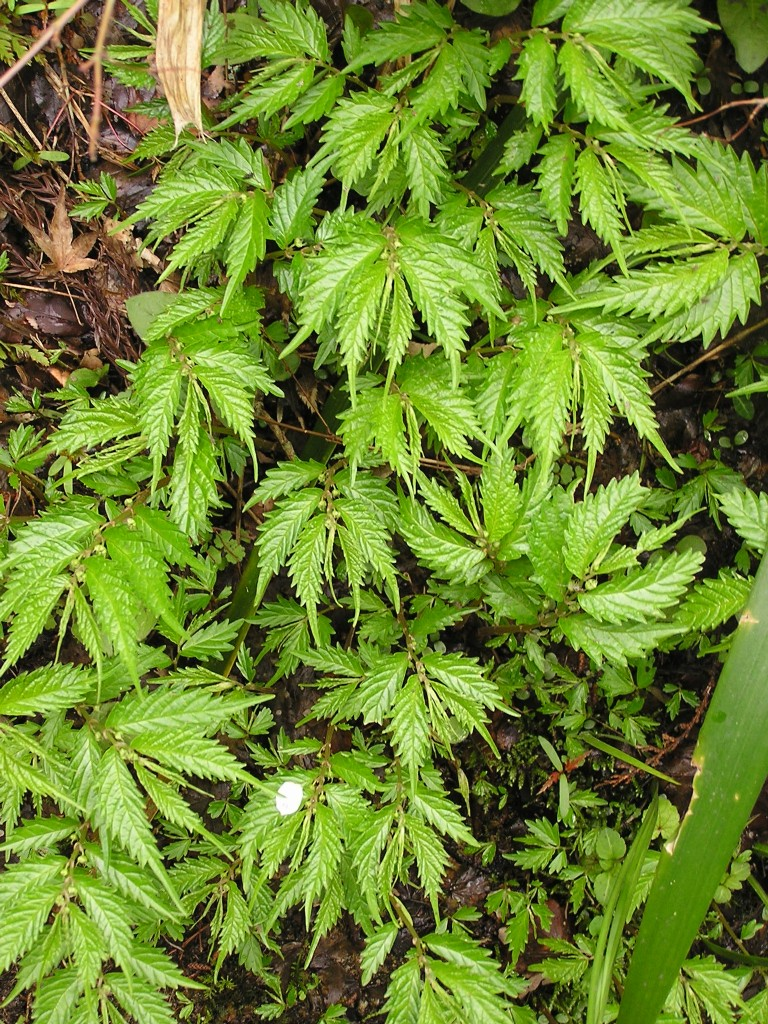
Elatostema umbellatum, Elatostema involucratum (junge Stängel)
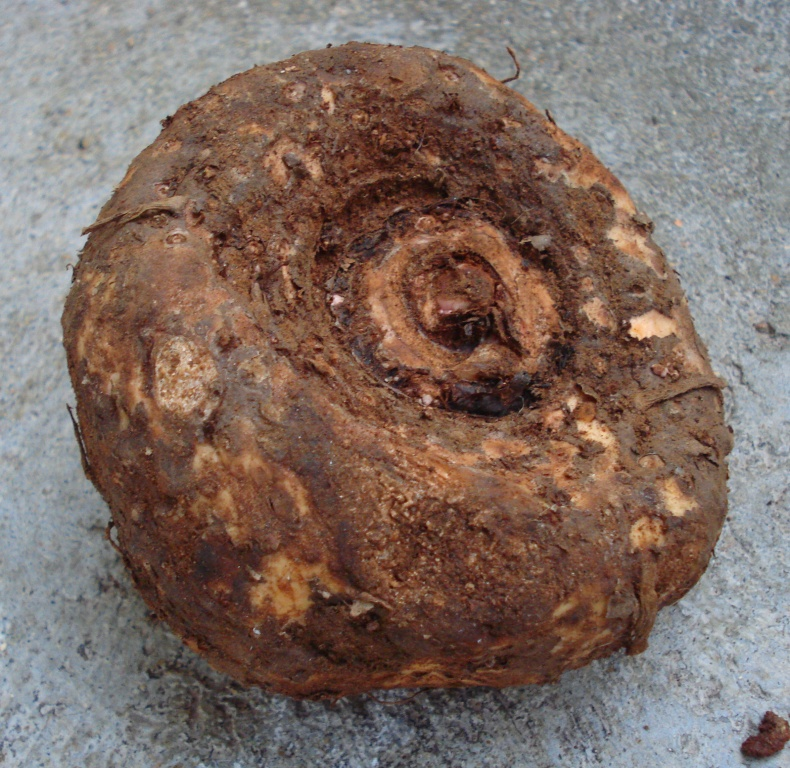
Elefantenyam
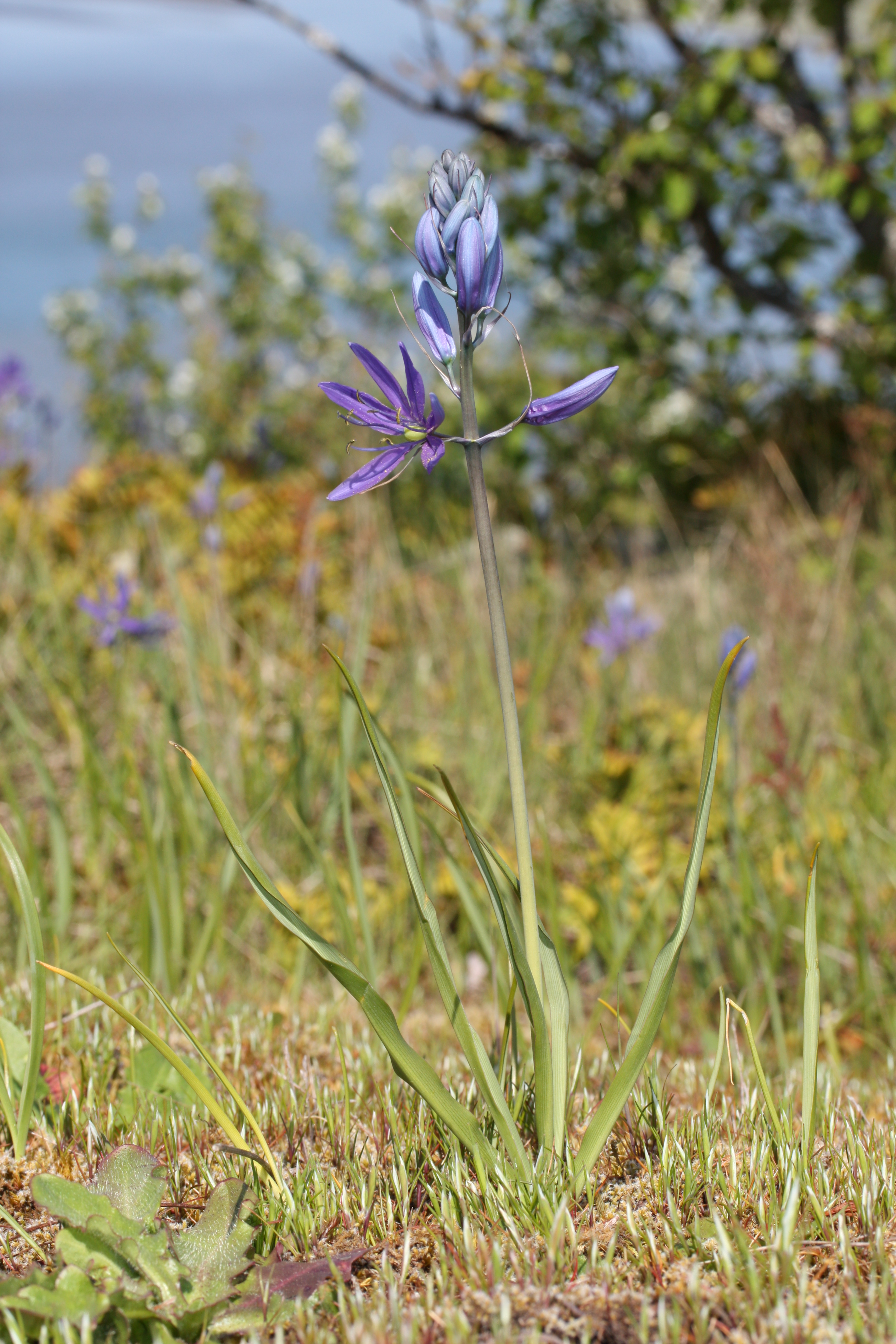
Essbare Prärielilie (Camas) (die Knollen werden verwendet; nicht im Bild)
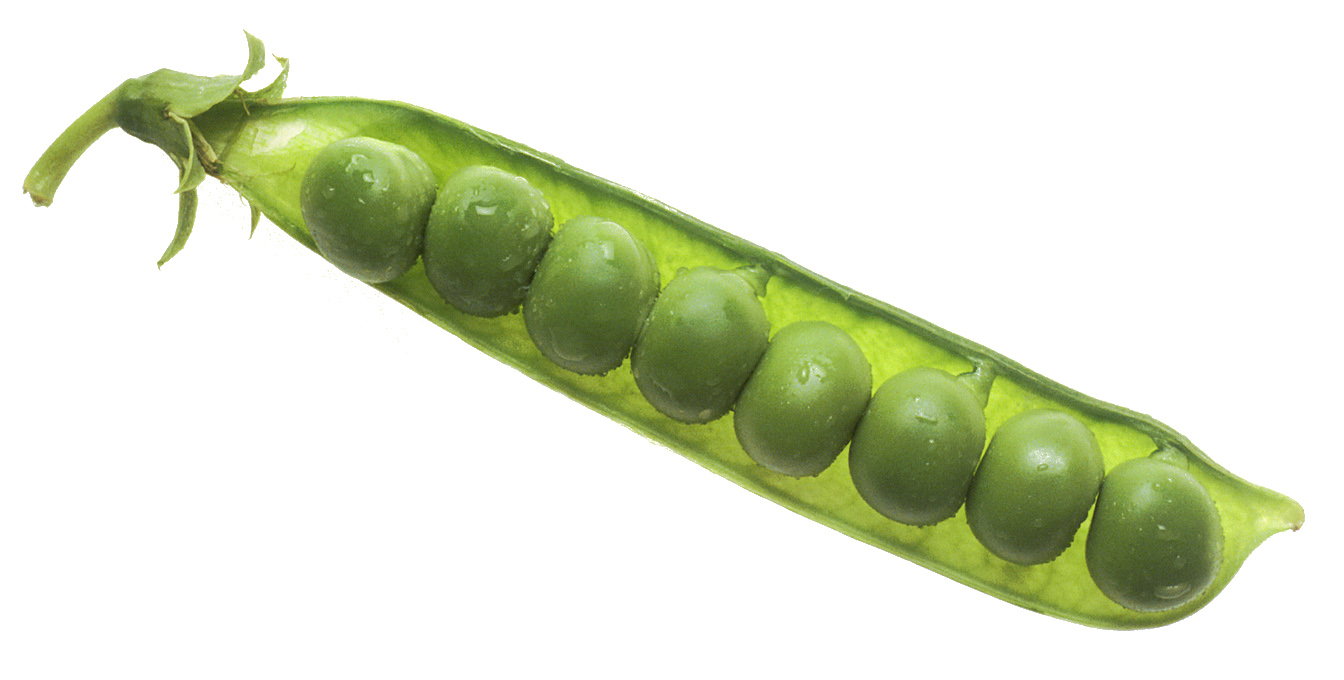
Erbse
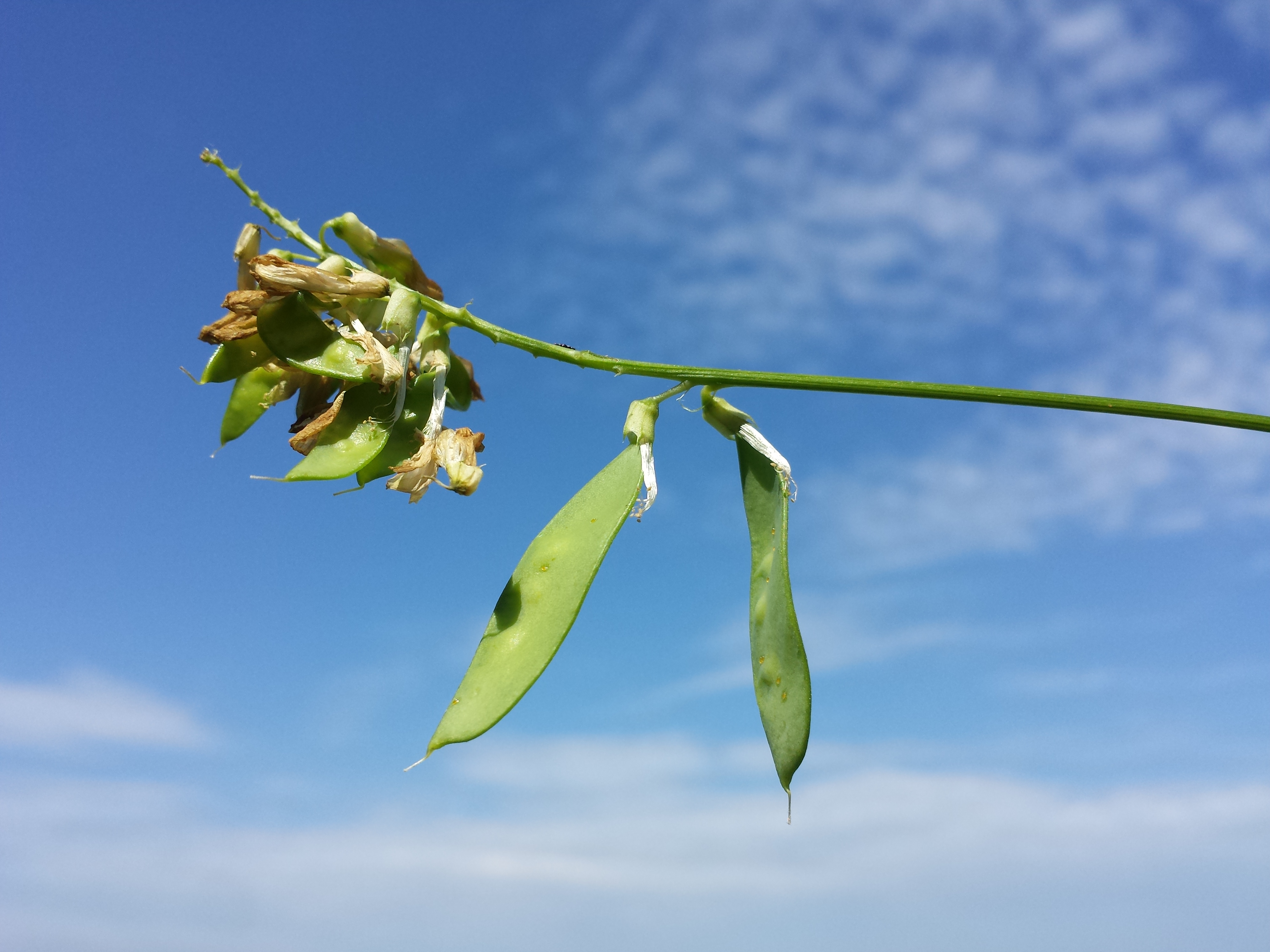
Erbsen-Wicke (auch Zaun-Wicke)
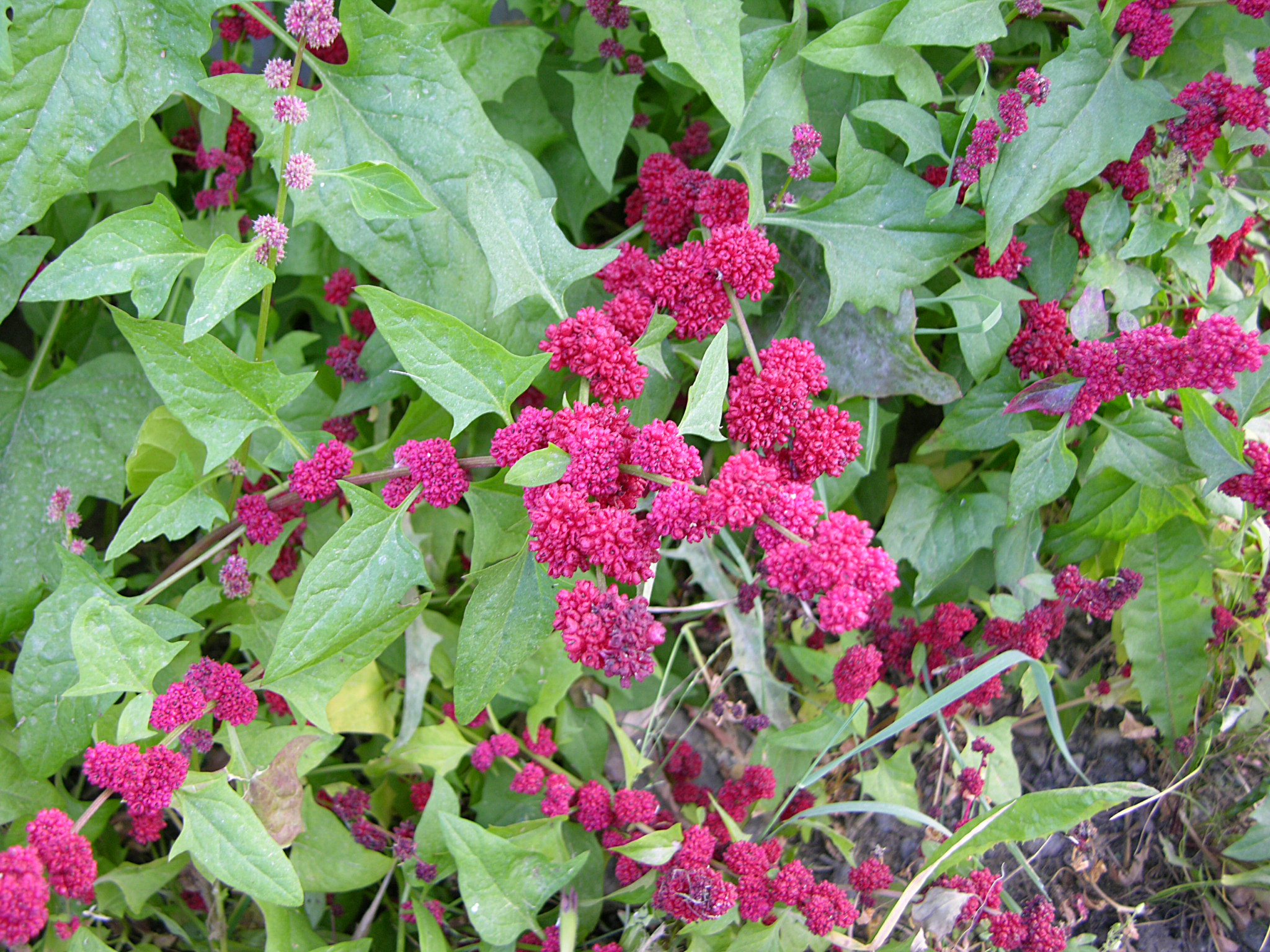
Erdbeerspinat
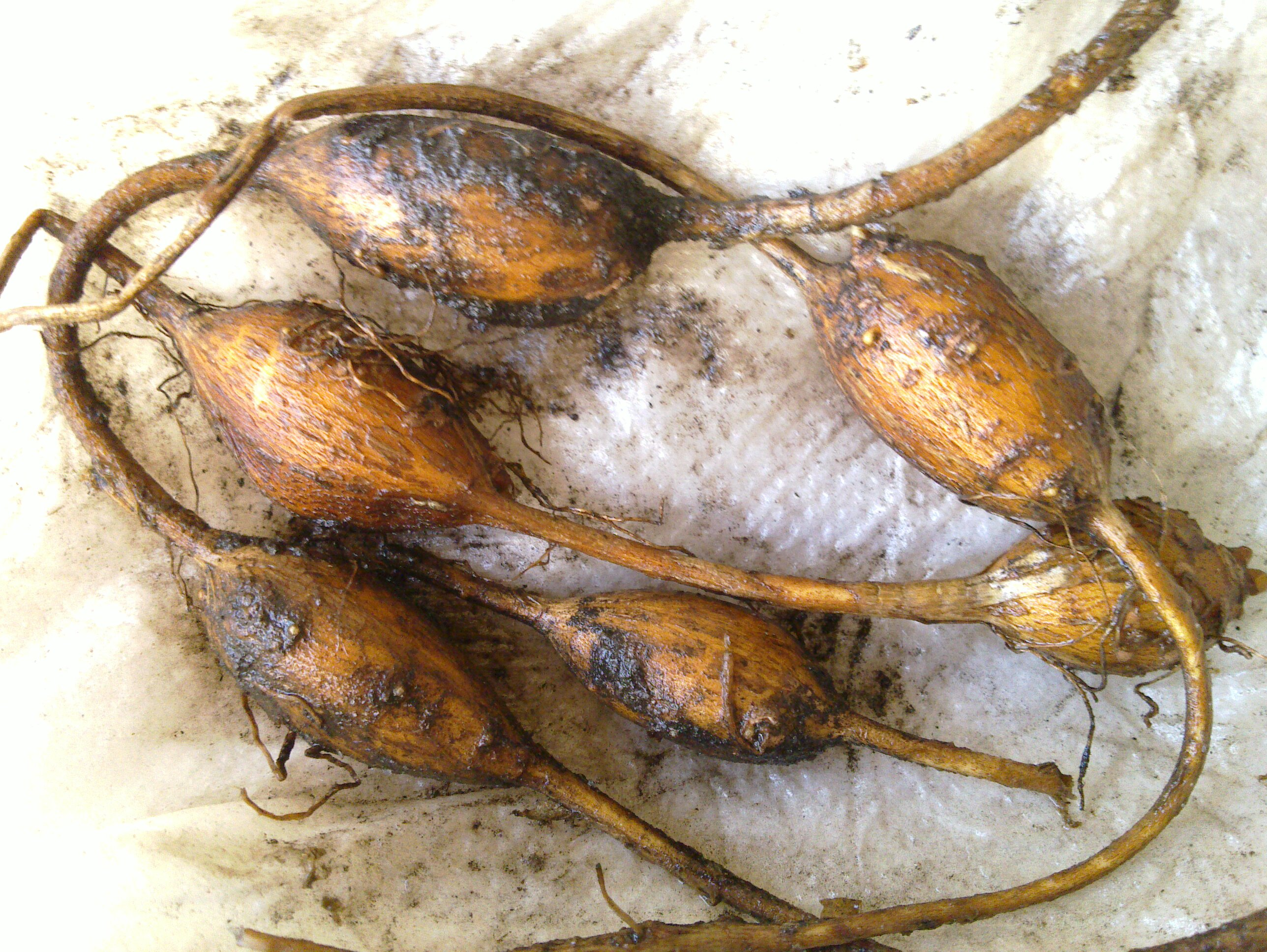
Erdbirne (Apios, Hopniss)
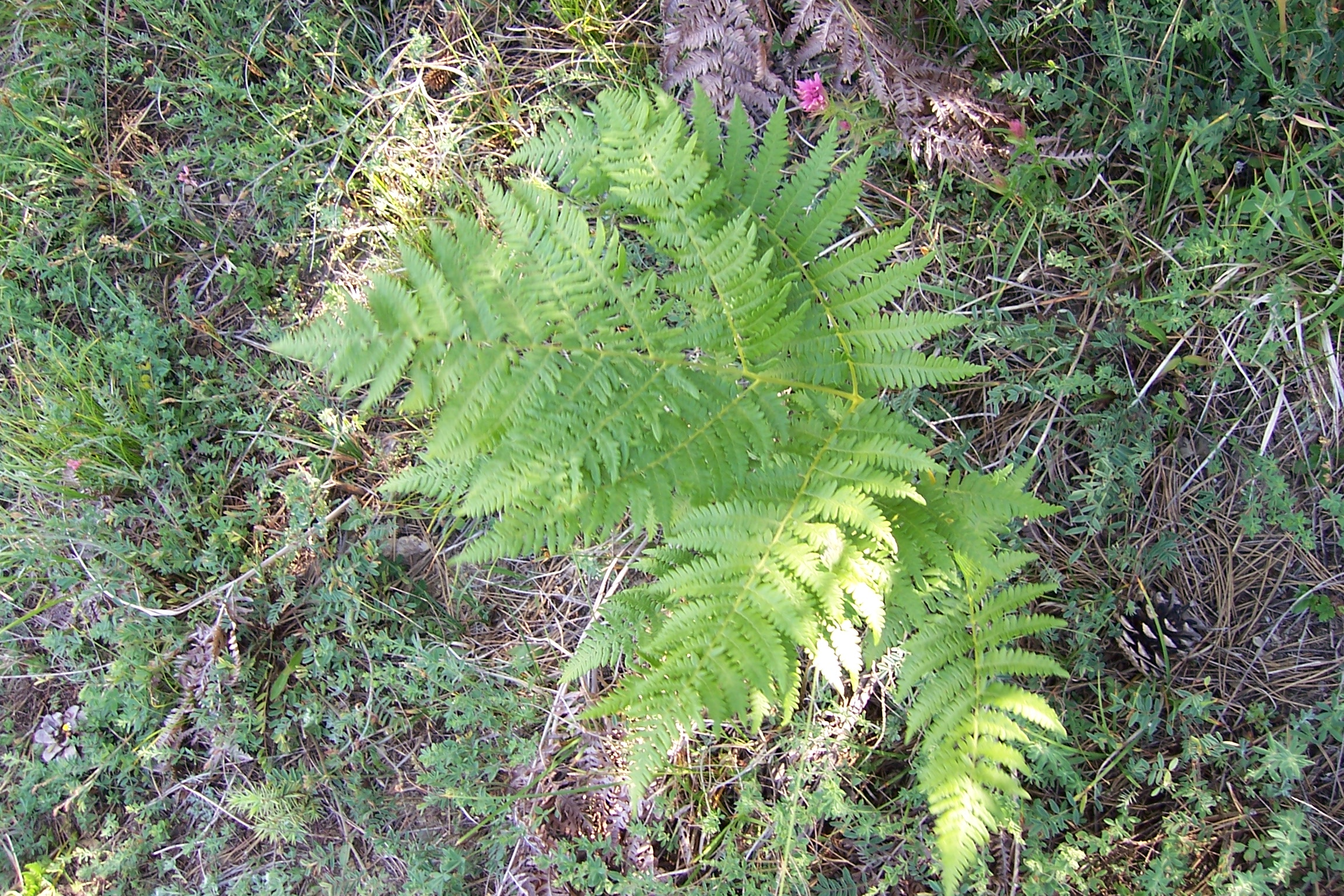
Farne (Pteridium aquilinum, Diplazium esculentum, Lygodium spp.) (von Pteridium esculentum die Wurzeln)
junge Farnspitzen (Fiddlehead) (z. B. Straußenfarn, Königsfarn, Perlfarn, Wald-Frauenfarn sowie Stenochlaena palustris, Pteridium aquilinum, Osmunda japonica, Matteuccia struthiopteris)
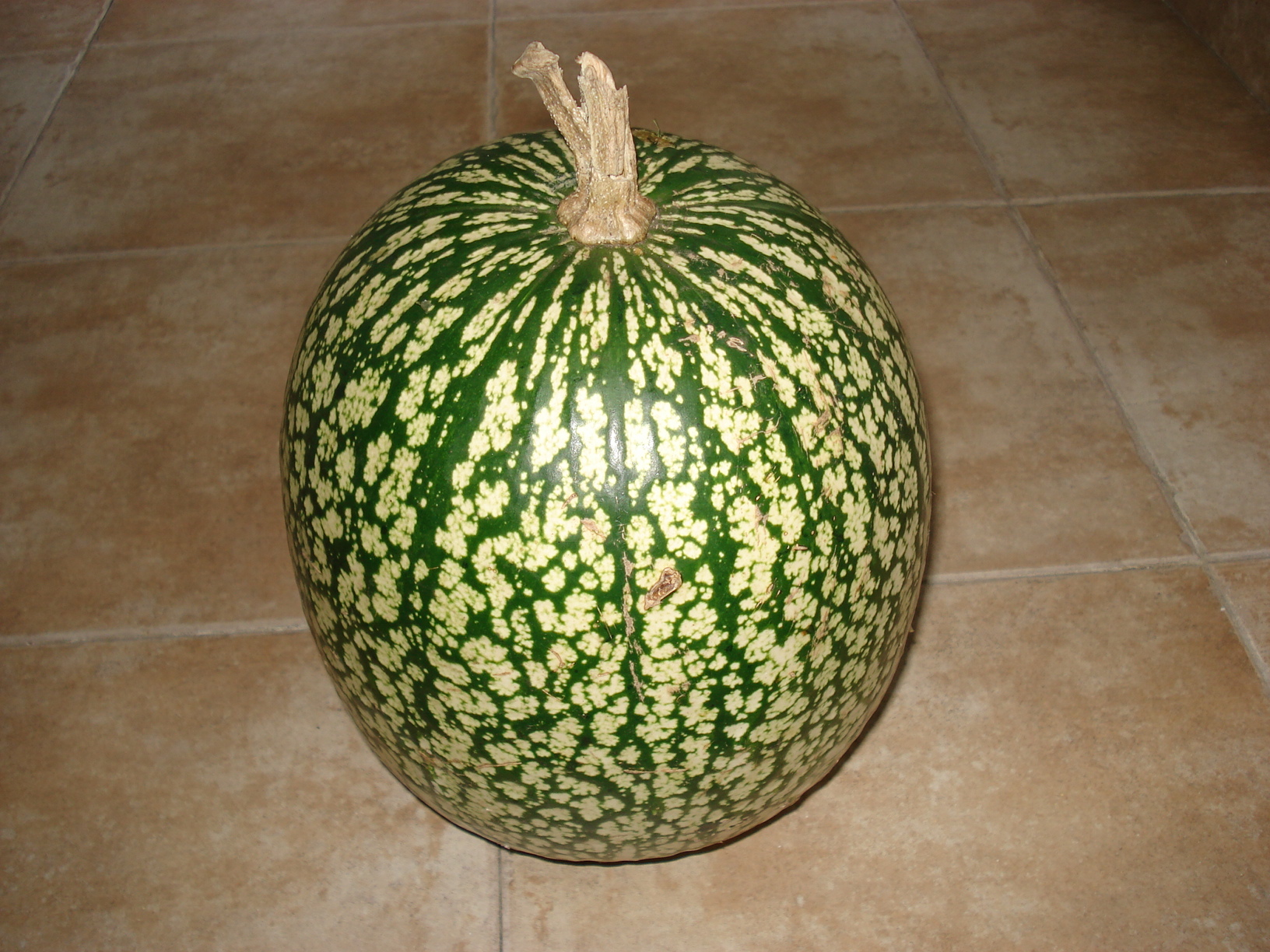
Feigenblatt-Kürbis
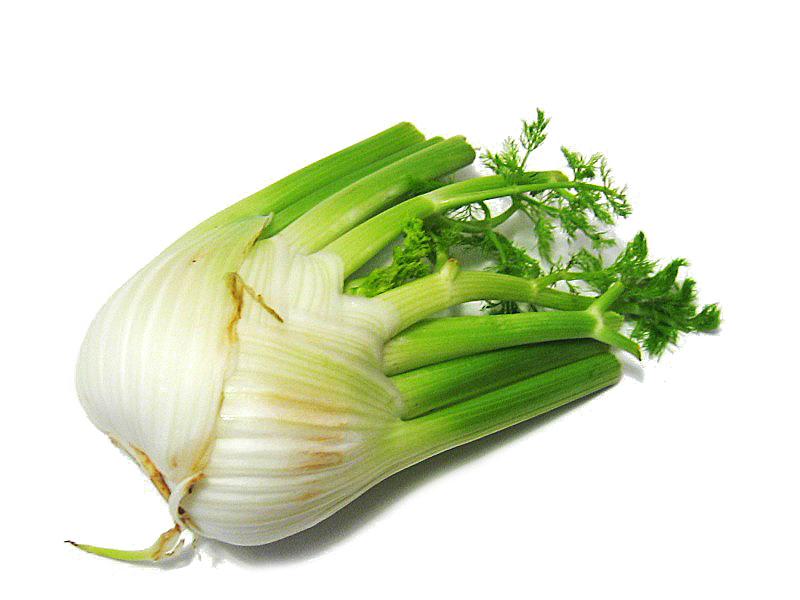
Fenchel (auch das Kraut kann verwendet werden)
Flaschenkürbis
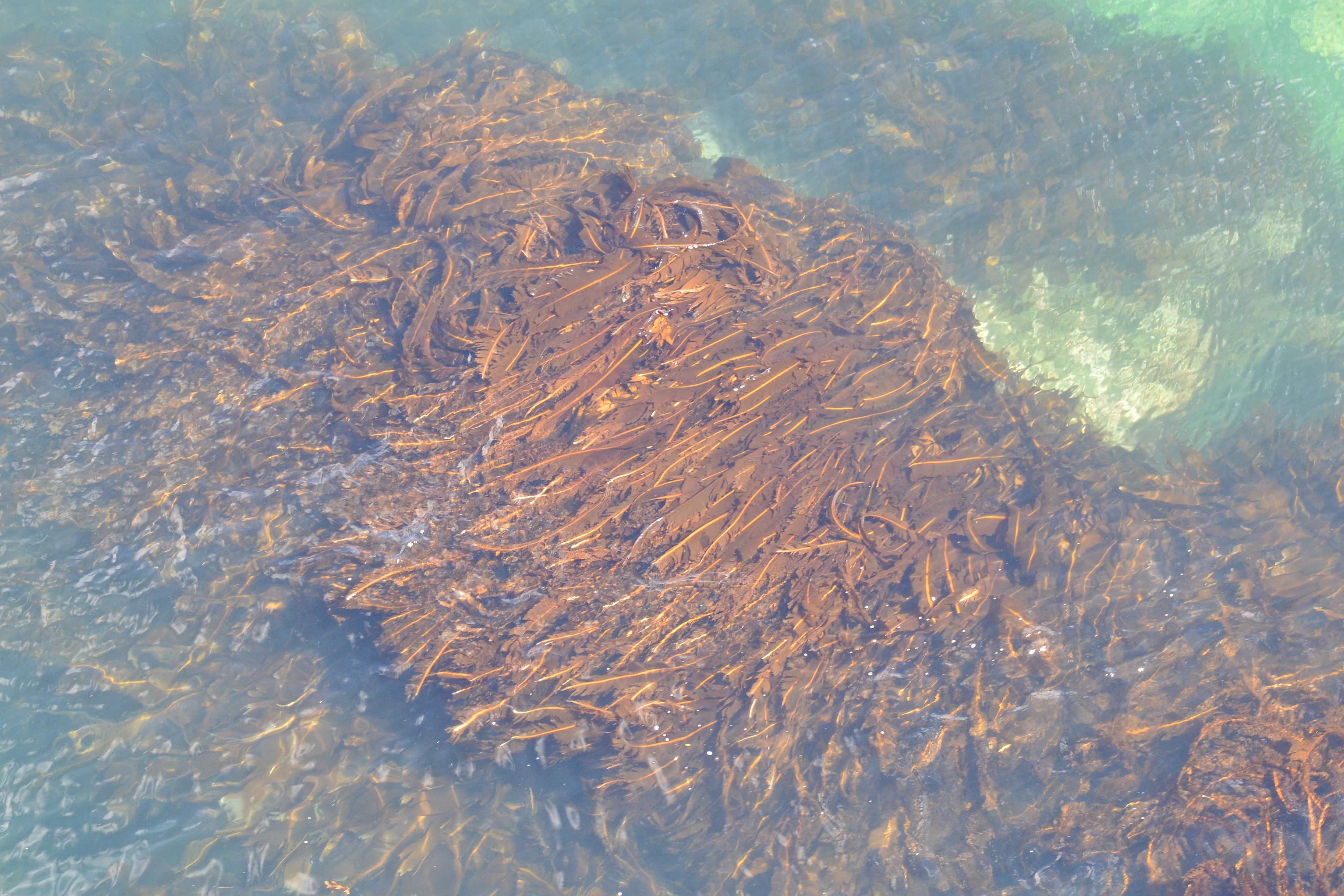
Flügeltang
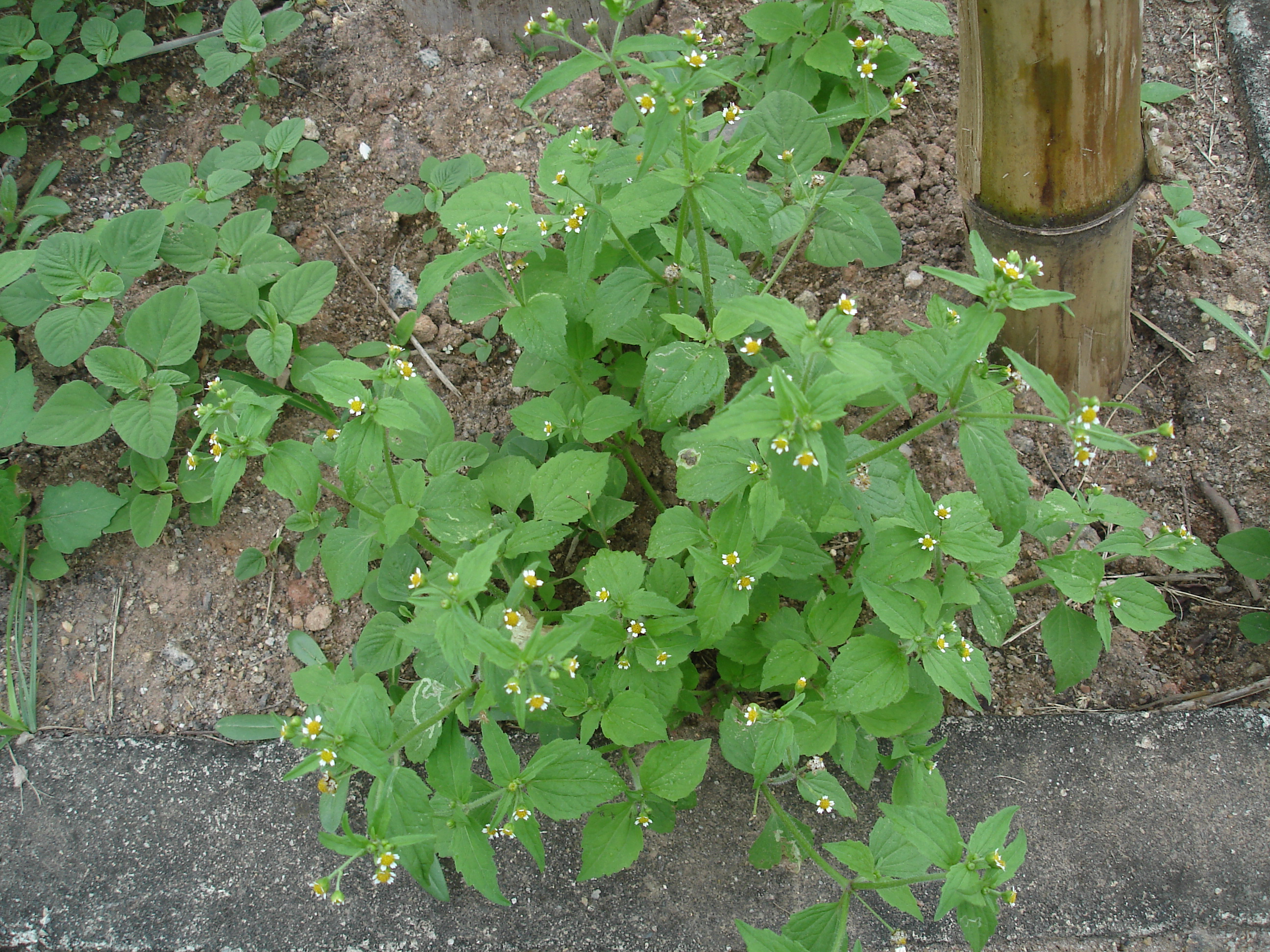
Franzosenkraut
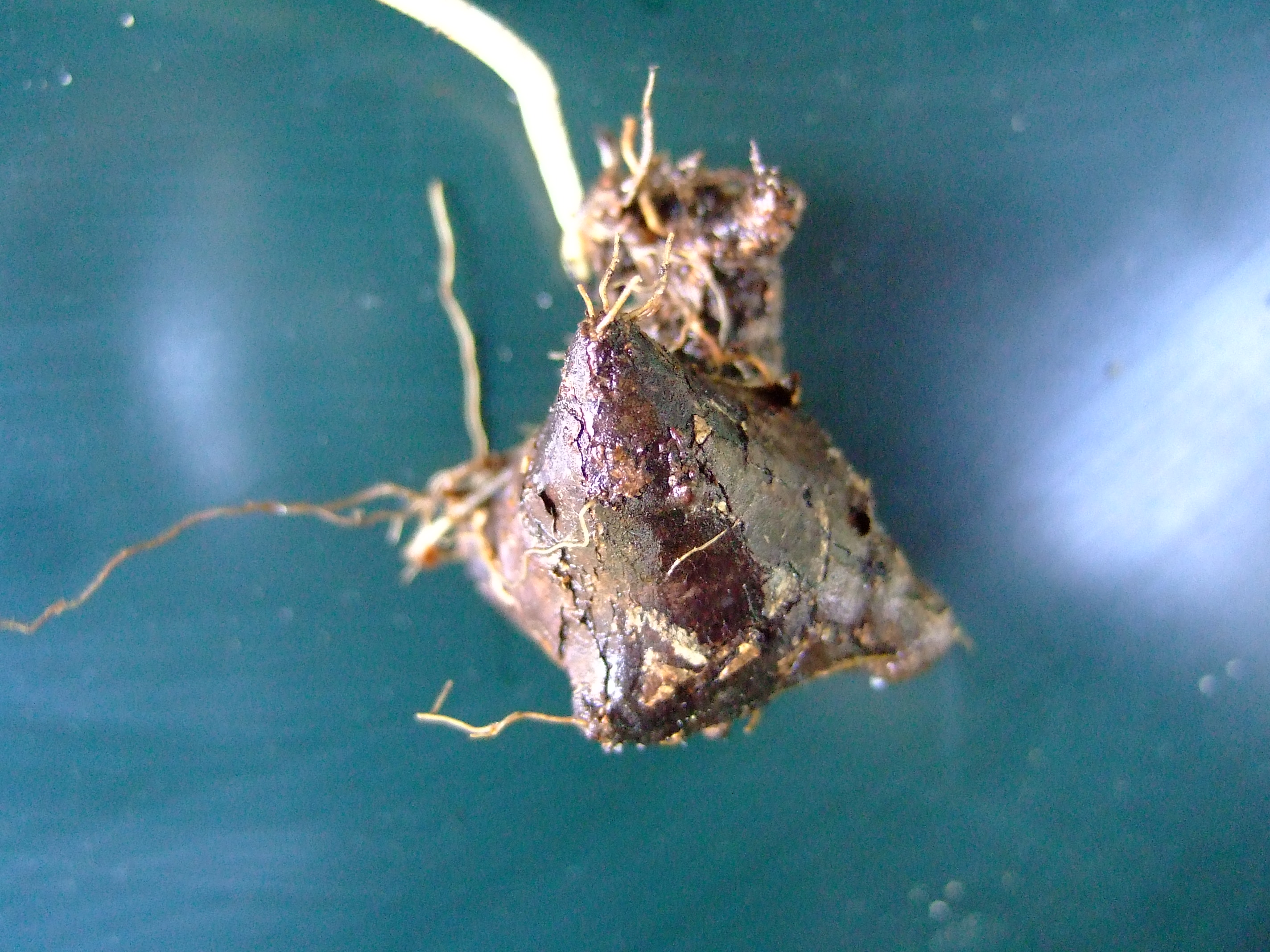
Französische Erdkastanie
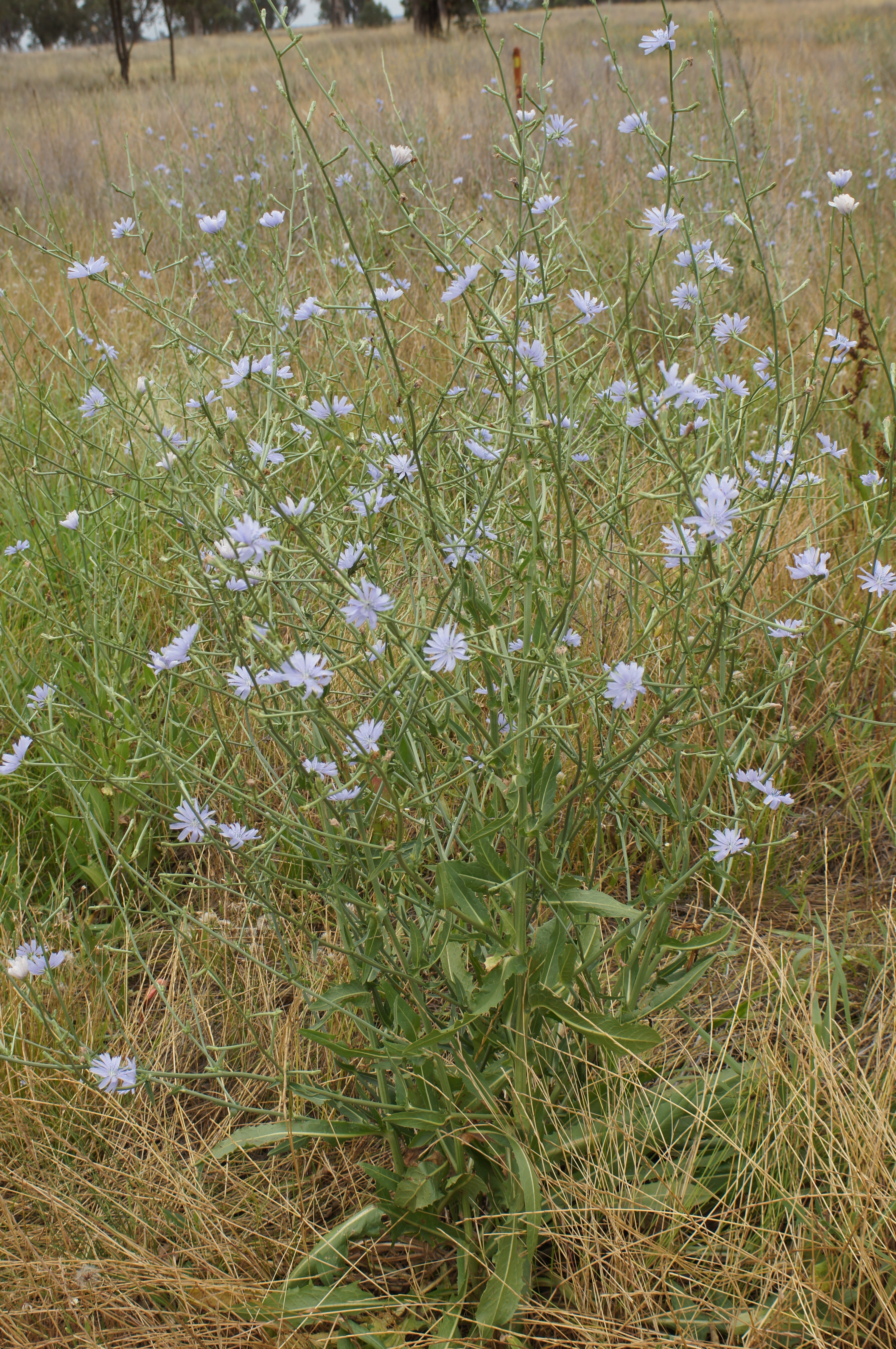
Gemeine Wegwarte (junge Blätter und Wurzeln) (Blätter auch als Salat; siehe auch Chicorée)
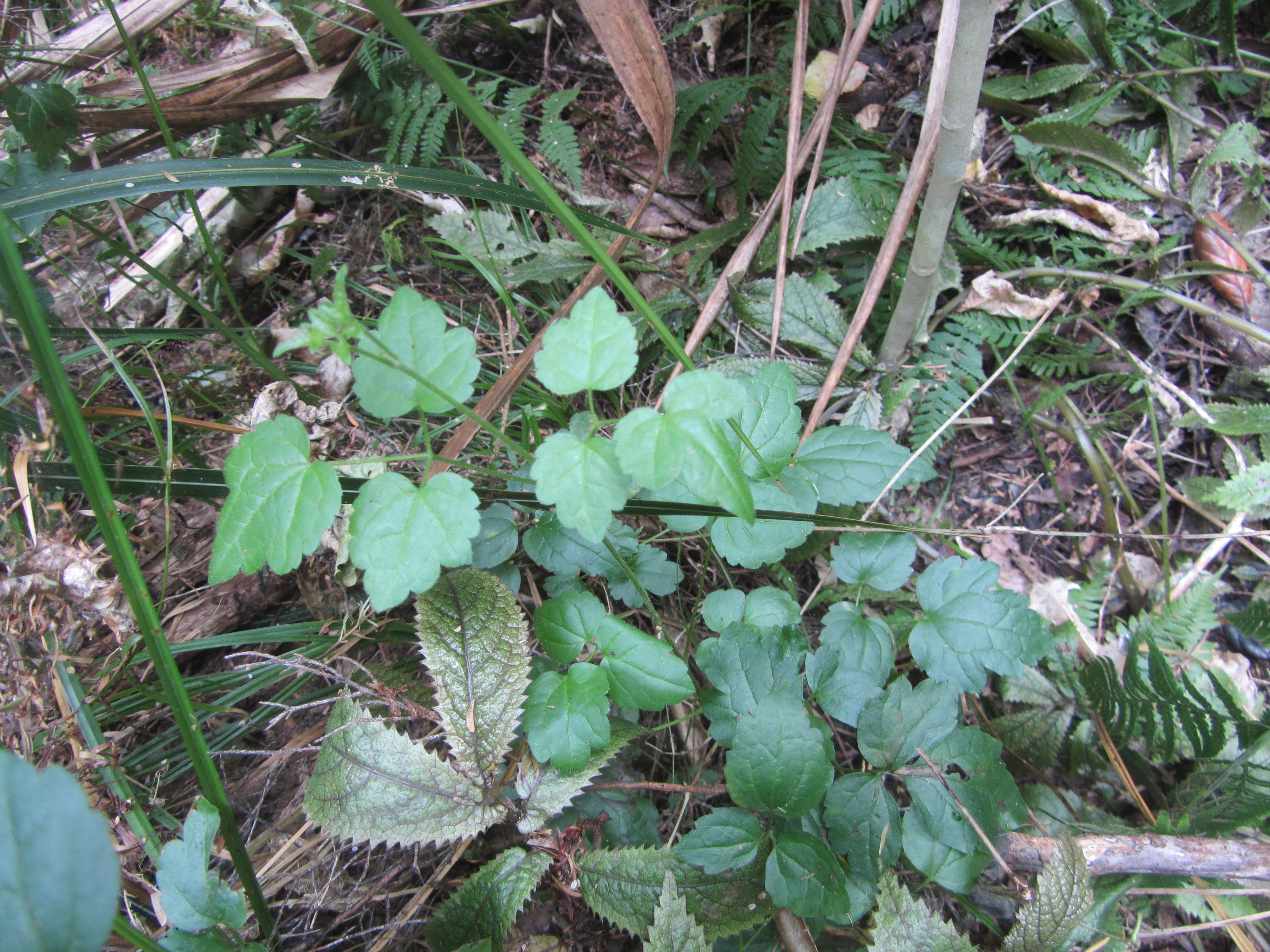
Gewöhnliche Waldrebe (junge Sprossen) (nur gekocht)
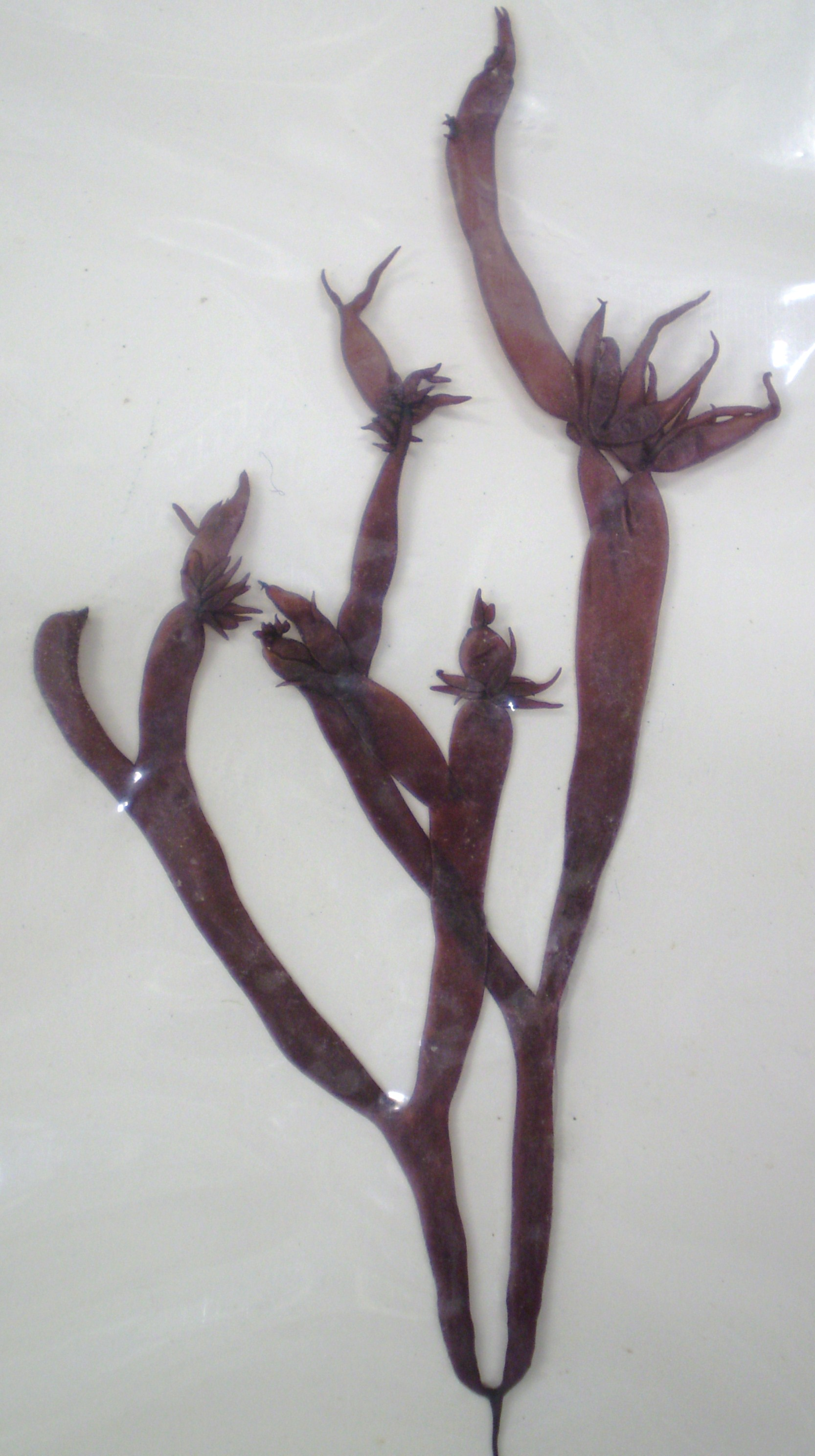
Funori (Gloiopeltis tenax, Gloiopeltis furcata) (auch als Klebemittel wie Agar)
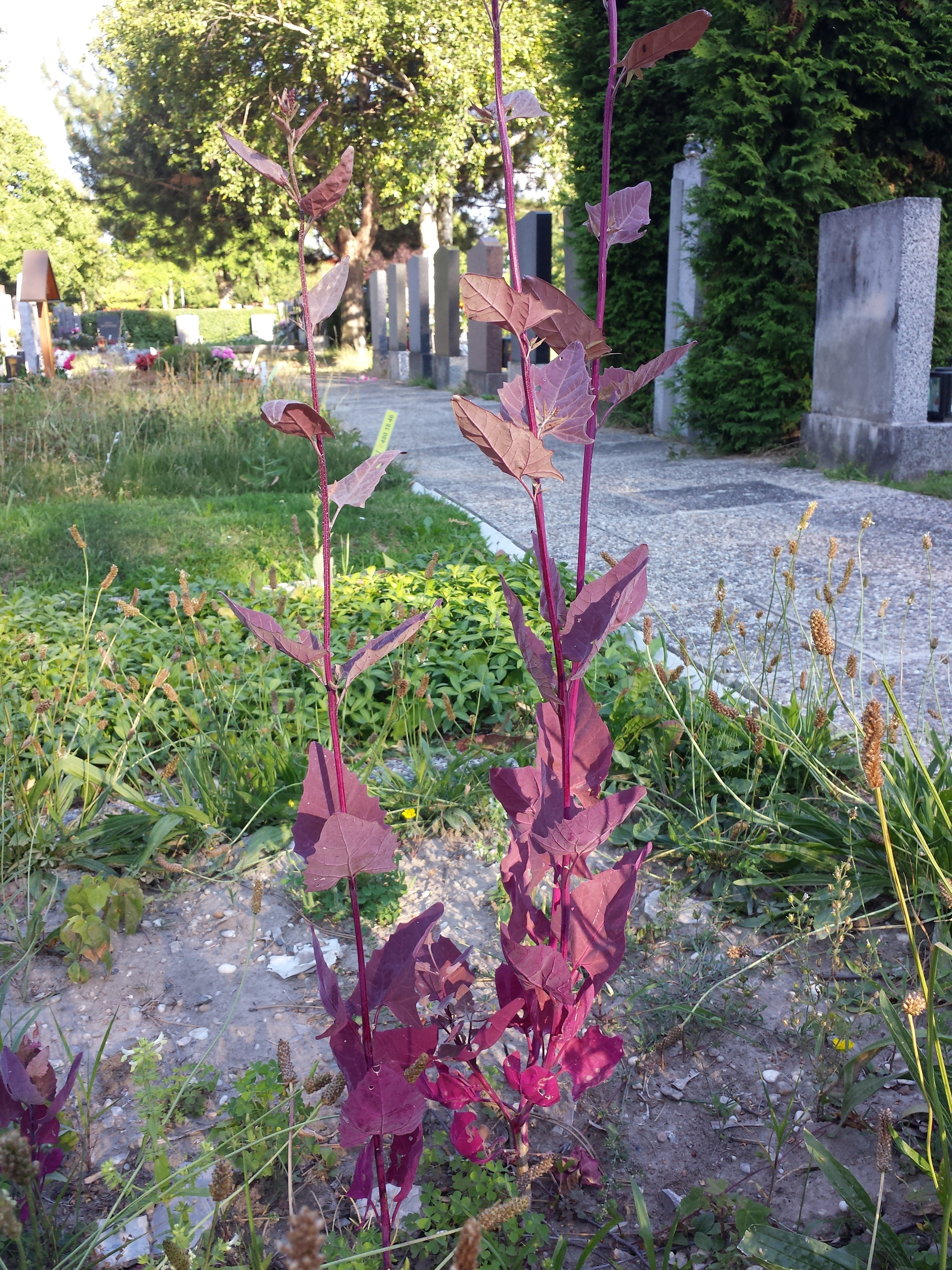
Gartenmelde
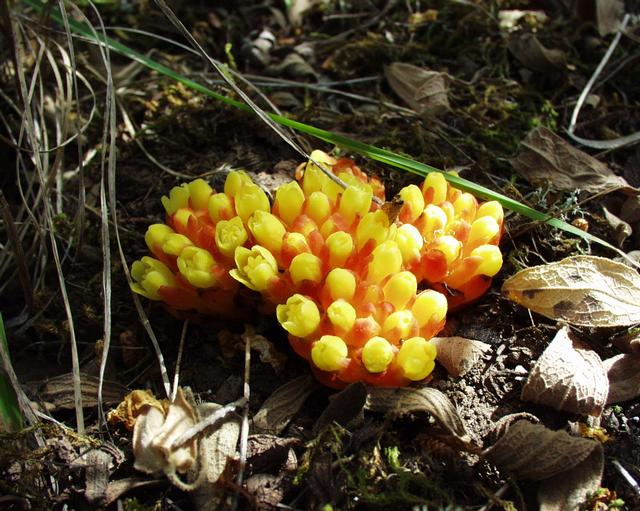
Gelber Zistrosenwürger (junge Pflänzchen)
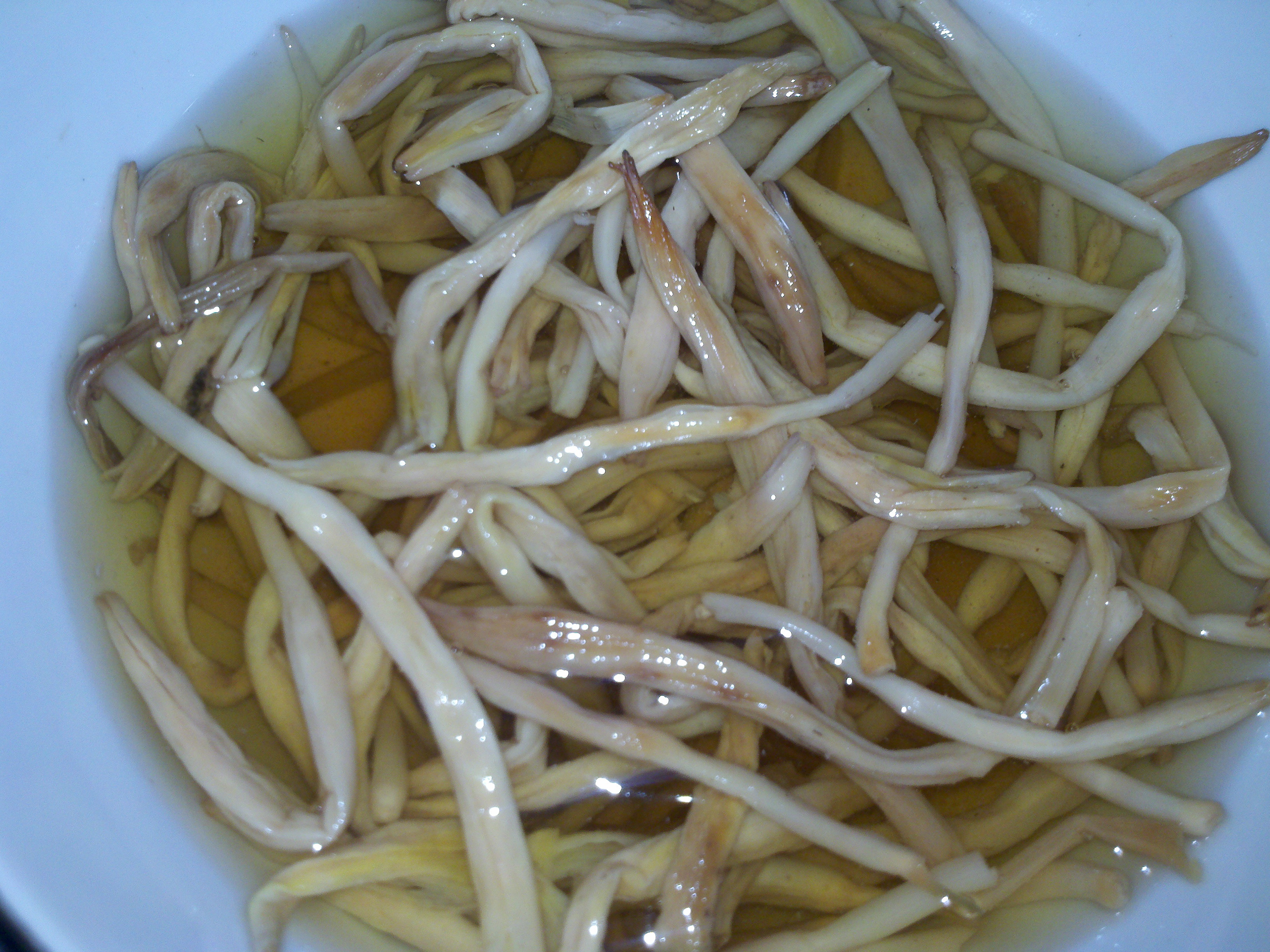
Gelbrote Taglilie (Blüten, Blütenknospen, sehr junge Blätter und Wurzeln)
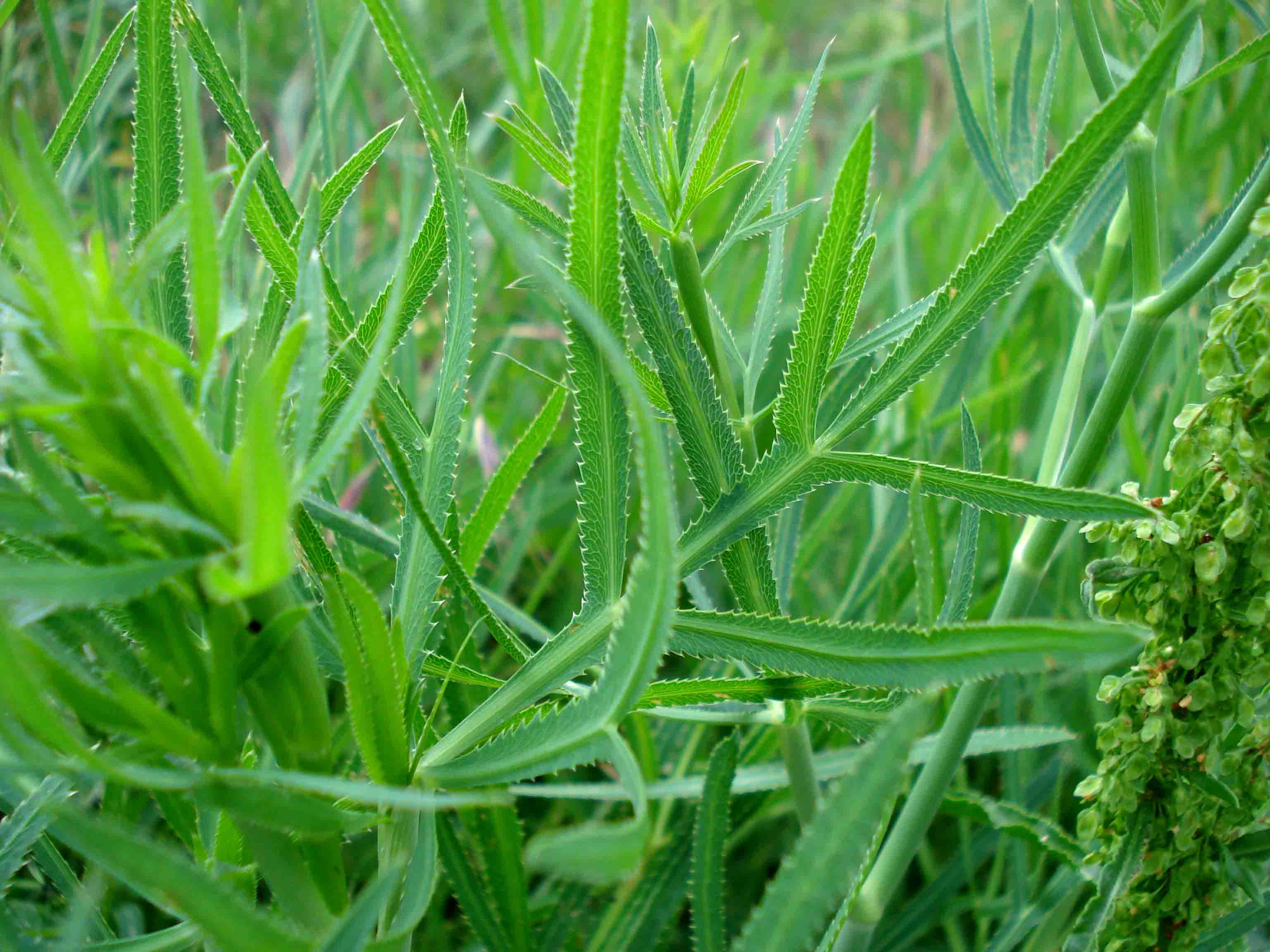
Gemeine Sichelmöhre (junge Blätter)
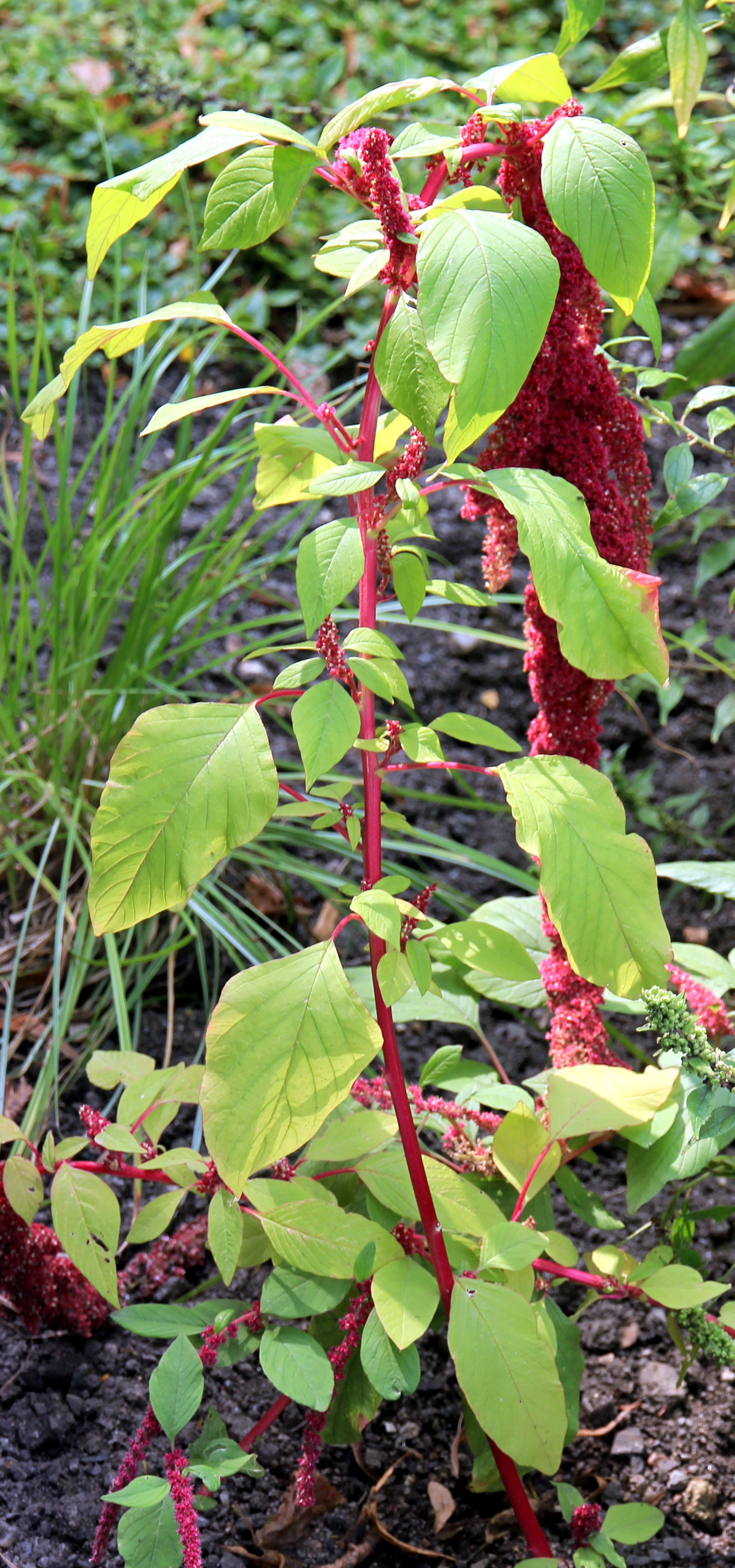
Amarantgemüse (Garten-Fuchsschwanz, Dreifarbiger Fuchsschwanz, Aufsteigender Fuchsschwanz)
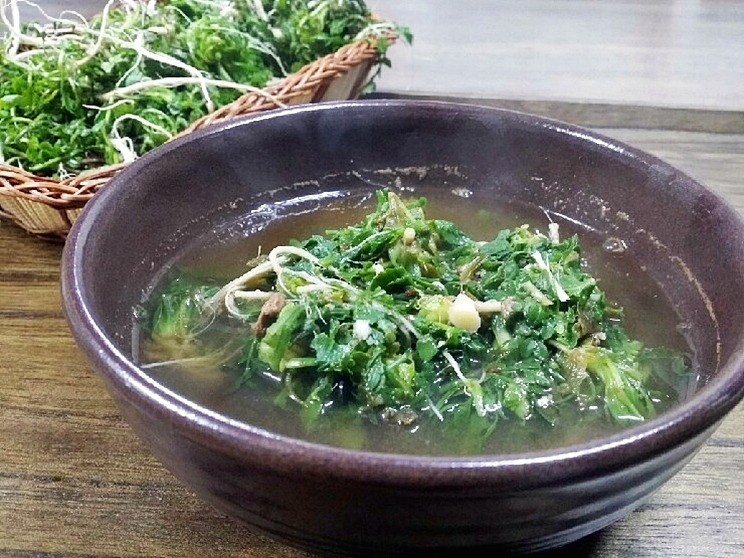
Gewöhnliches Hirtentäschel (Naengi)
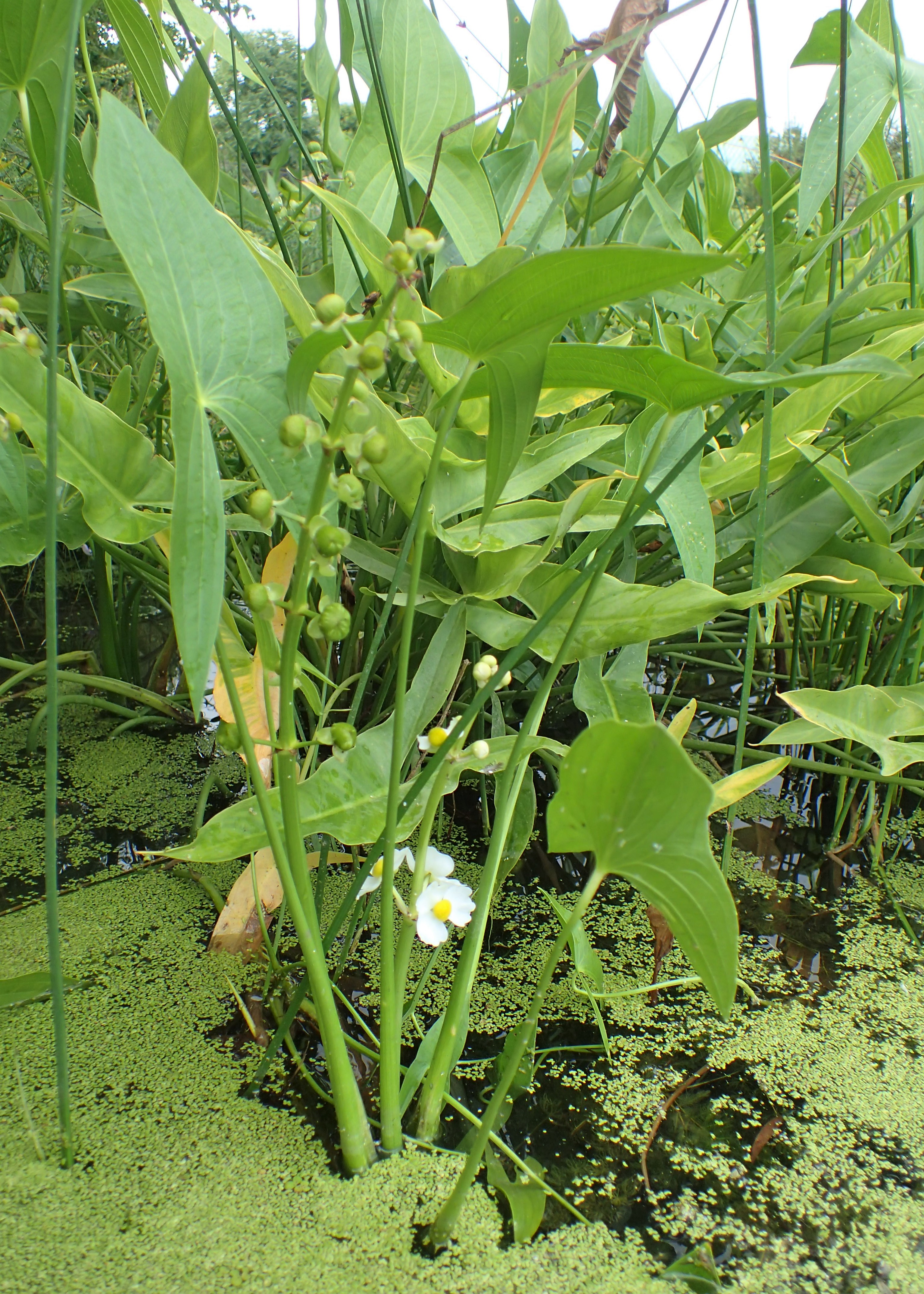
Gewöhnliches Pfeilkraut (auch andere Sagittaria-Arten, z. B. Sagittaria trifolia, Sagittaria latifolia) (die kleinen Knollen werden verwendet; nicht im Bild)
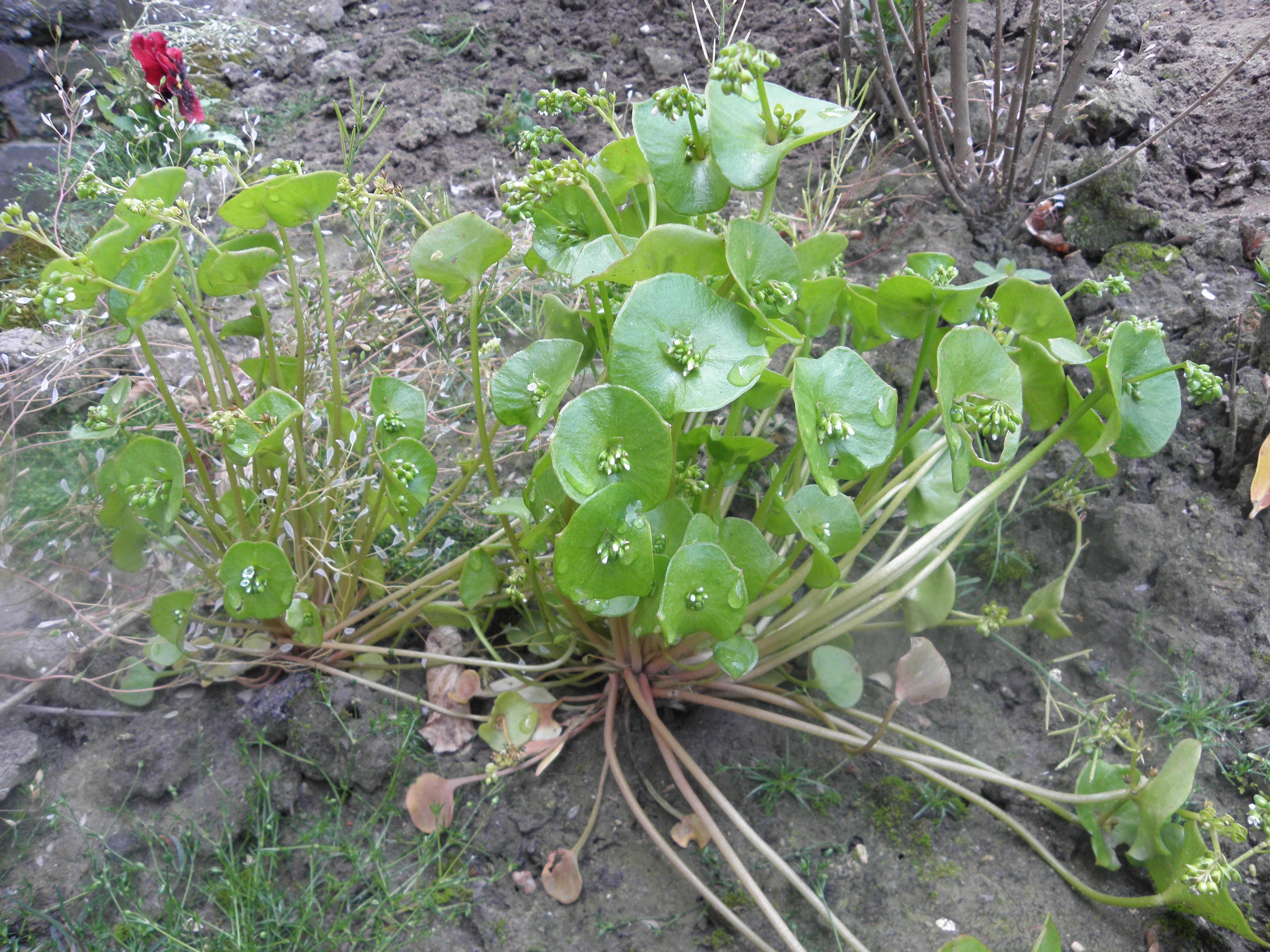
Gewöhnliches Tellerkraut (Winterportulak, Kubaspinat)
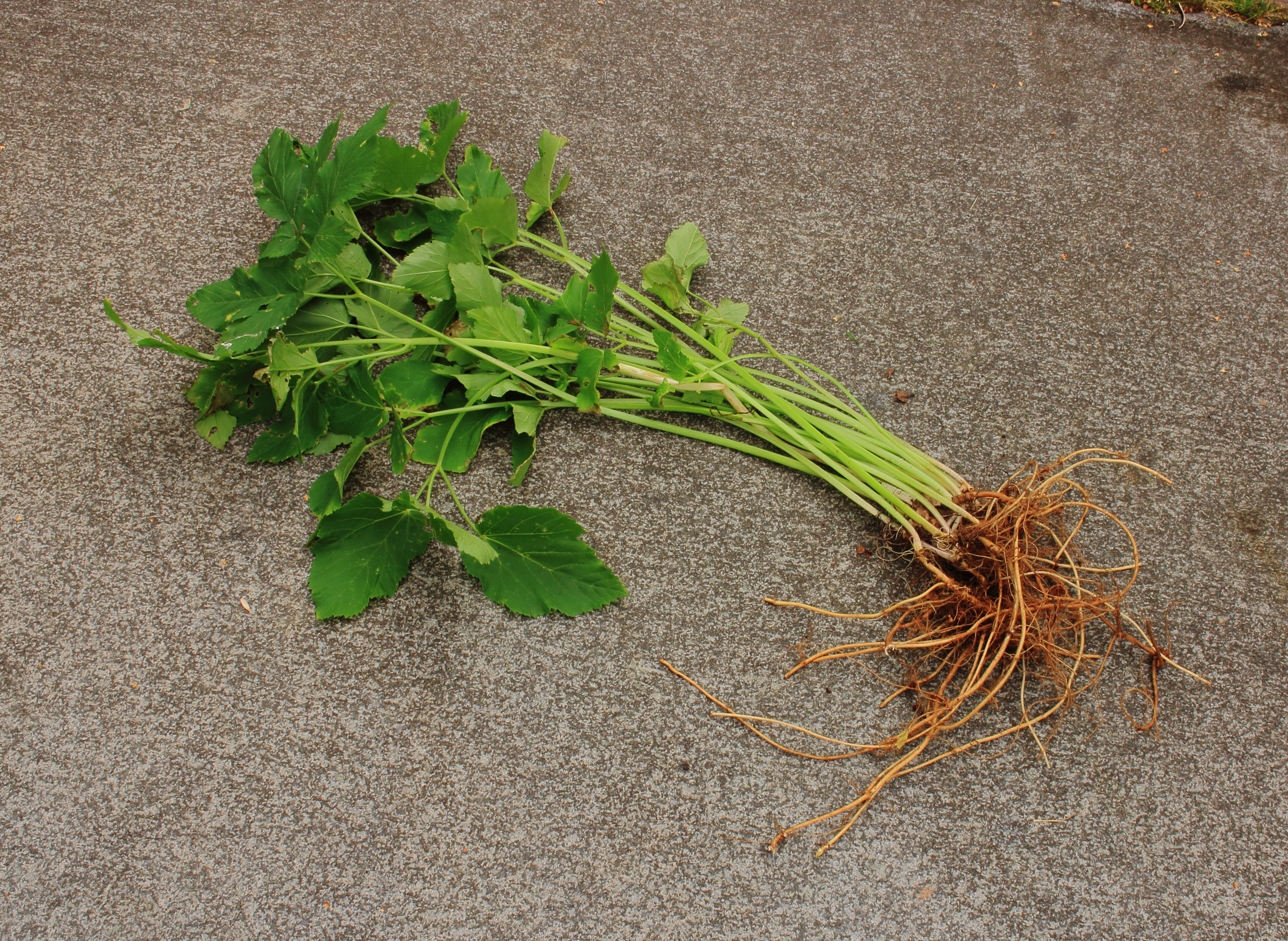
Giersch (ähnlich ist Aegopodium alpestre)
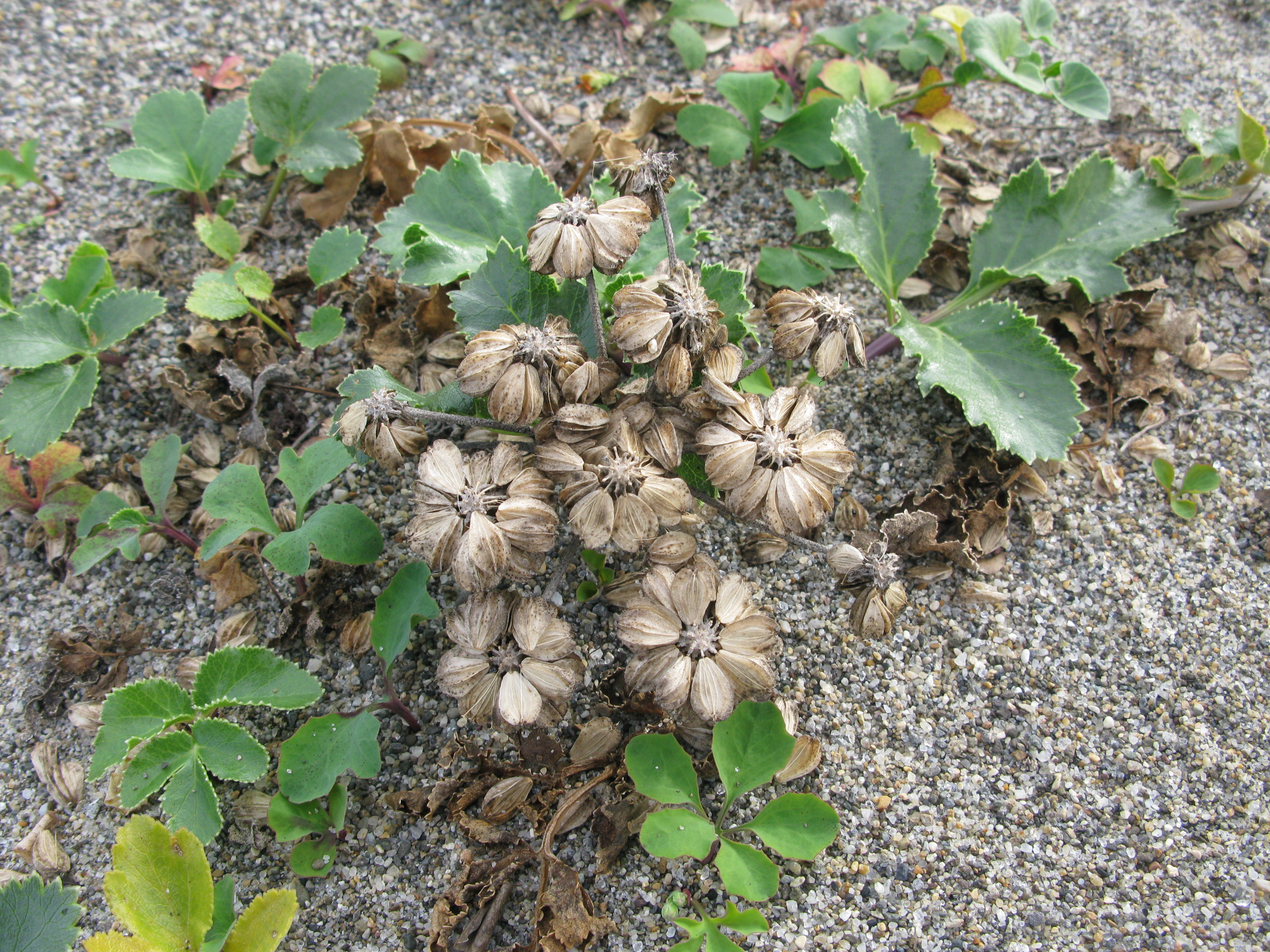
Glehnia littoralis (Blätter und Stängel sowie Wurzeln)
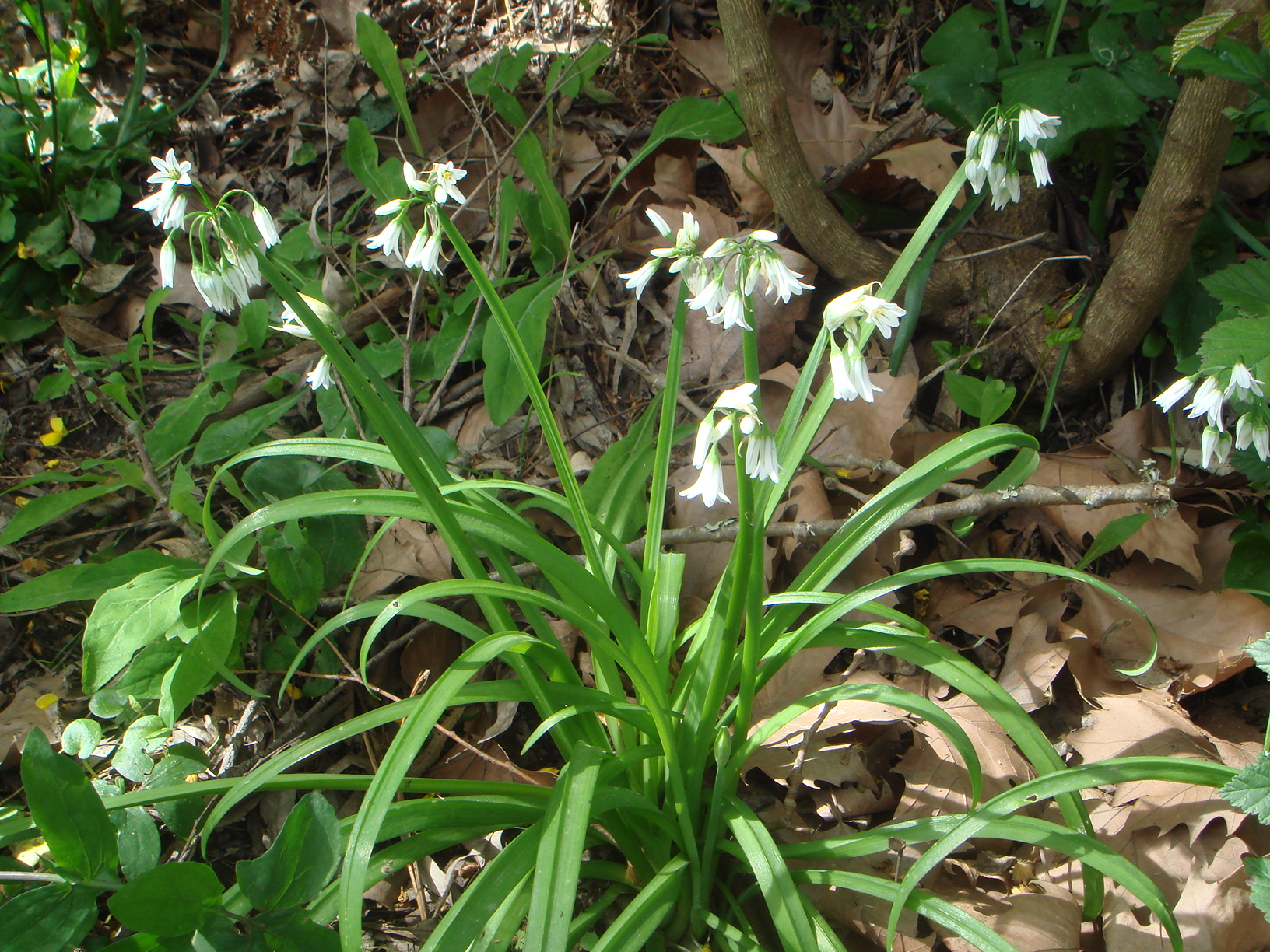
Glöckchen-Lauch (Zwiebeln, Blätter und Blüten)
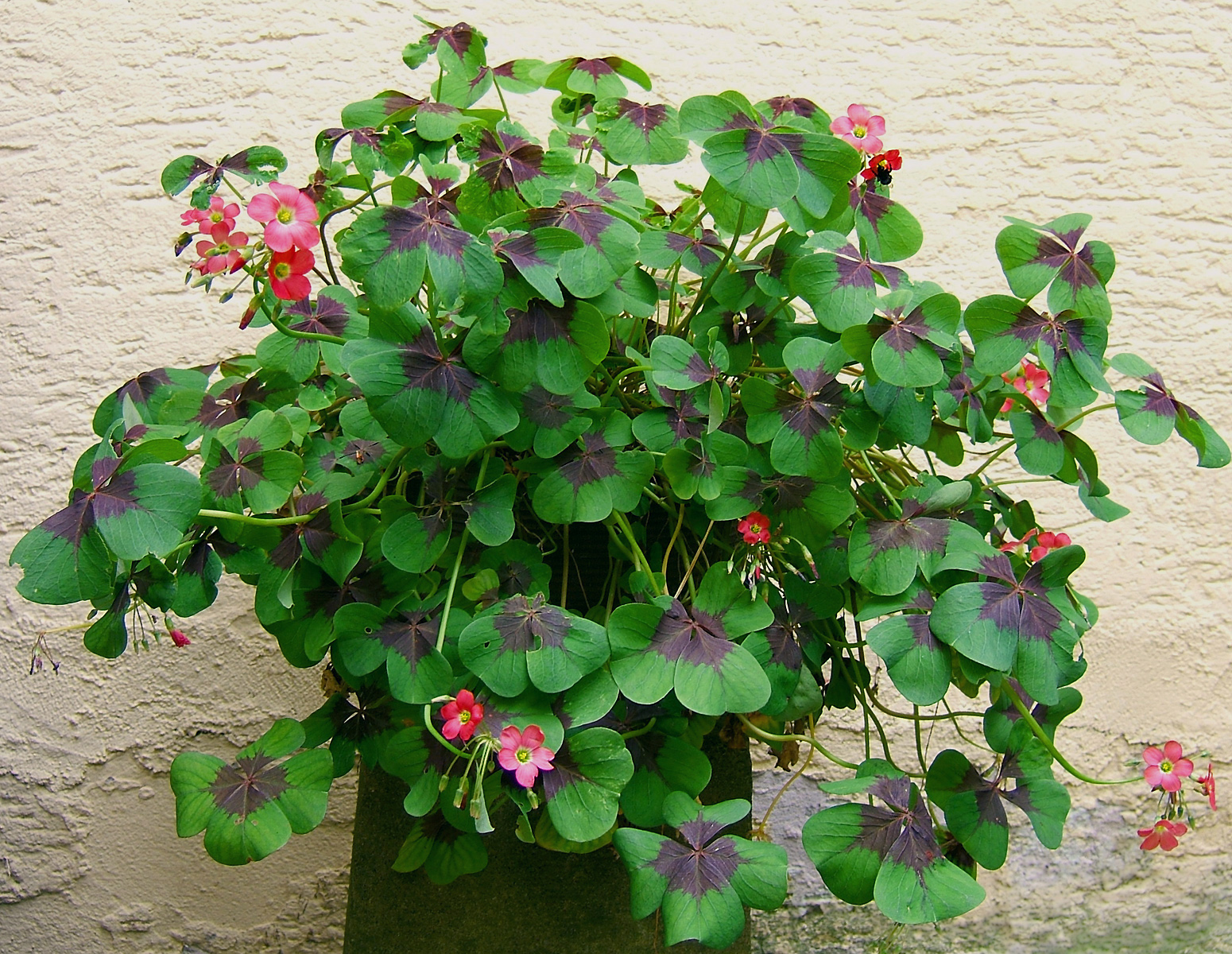
Glücksklee (Knollen und Blättchen) (die kleinen hellen Knollen sind nicht im Bild)
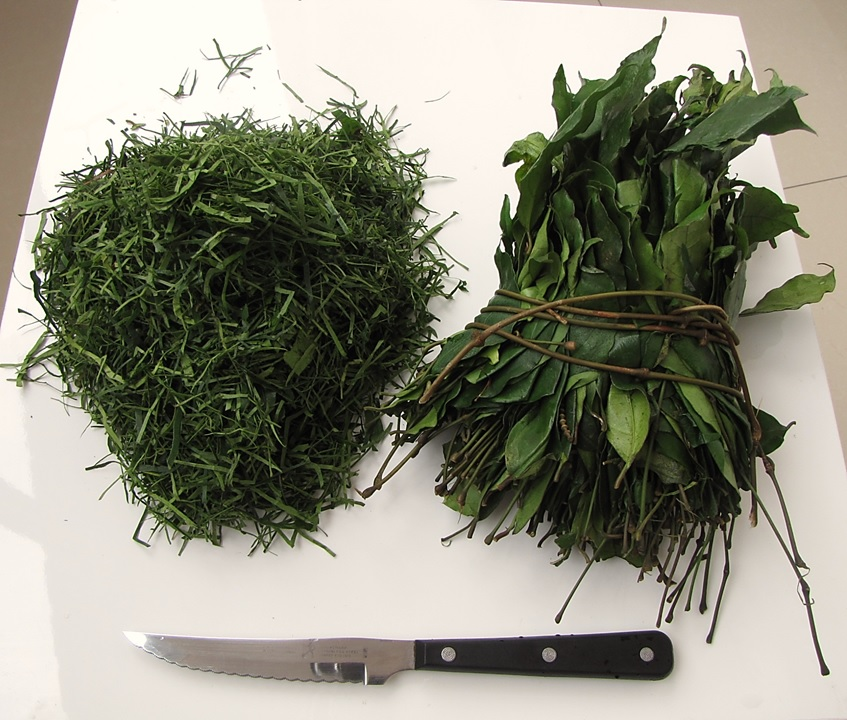
Gnetum africanum, Gnetum buchholzianum, Gnetum gnemon
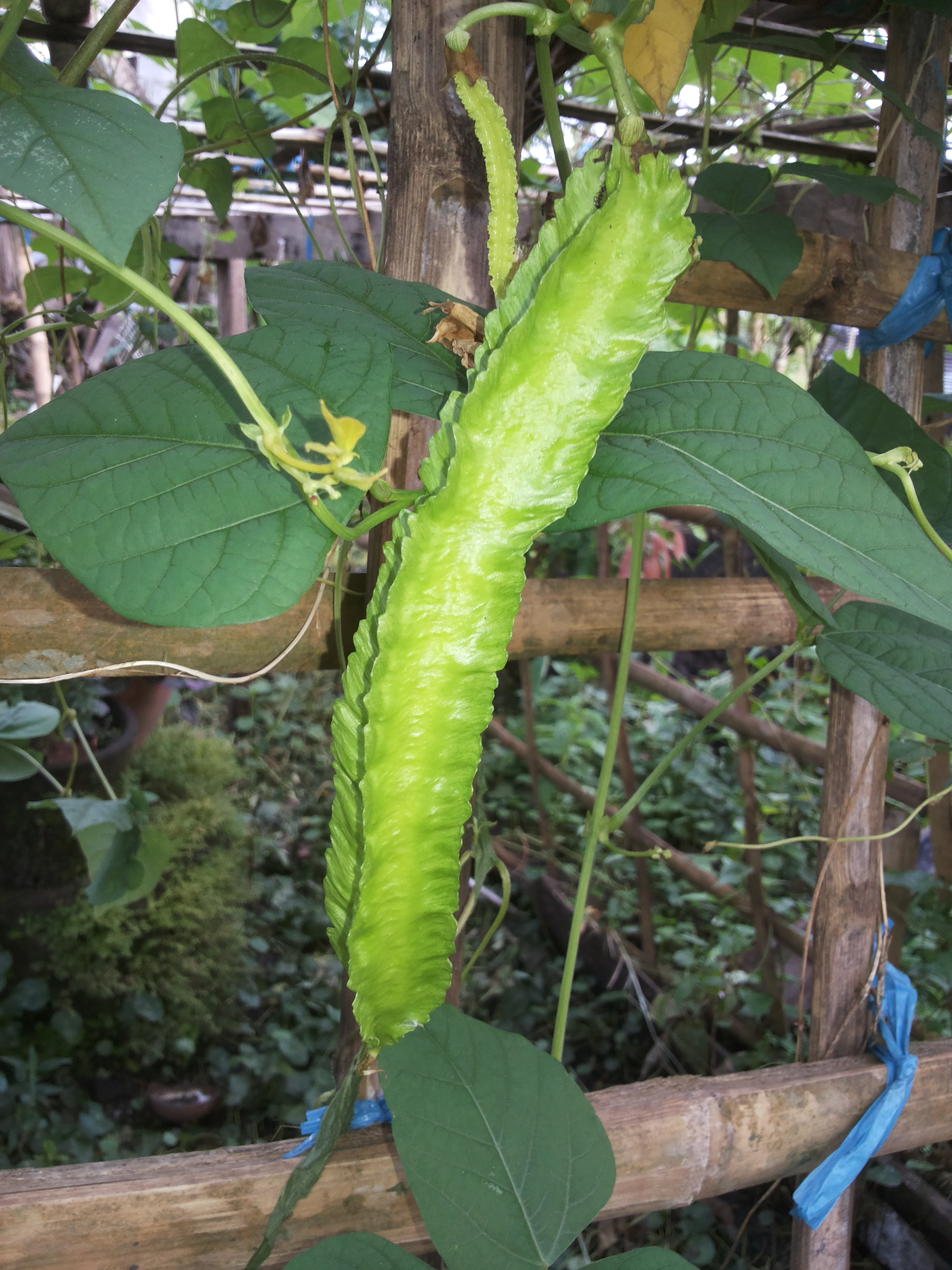
Goabohne (Flügelbohne) (Früchte, Blätter, Samen und Wurzeln) (ähnlich sind Psophocarpus palustris, Psophocarpus scandens, Psophocarpus grandiflorus)
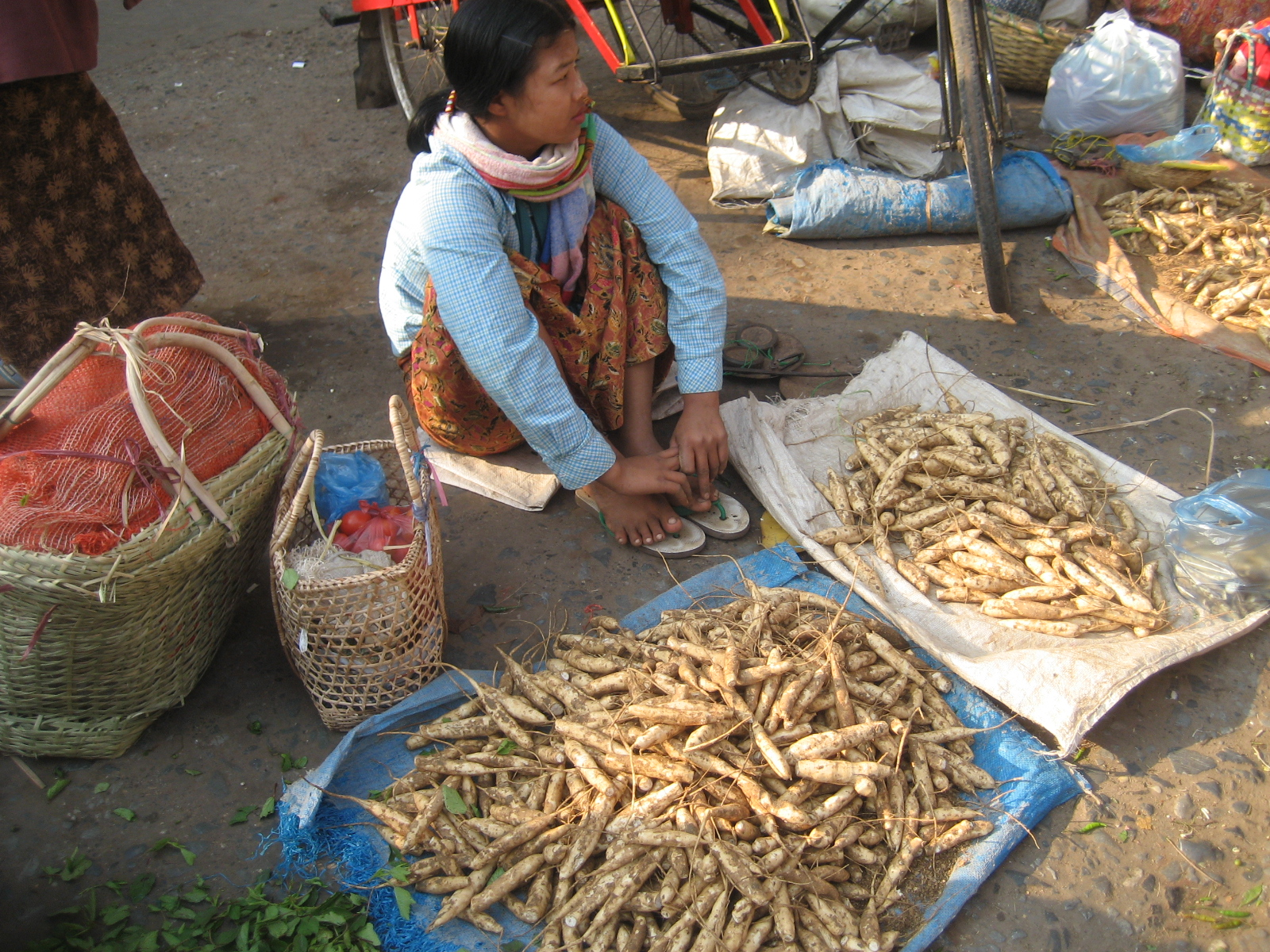
Wurzeln der Goabohne
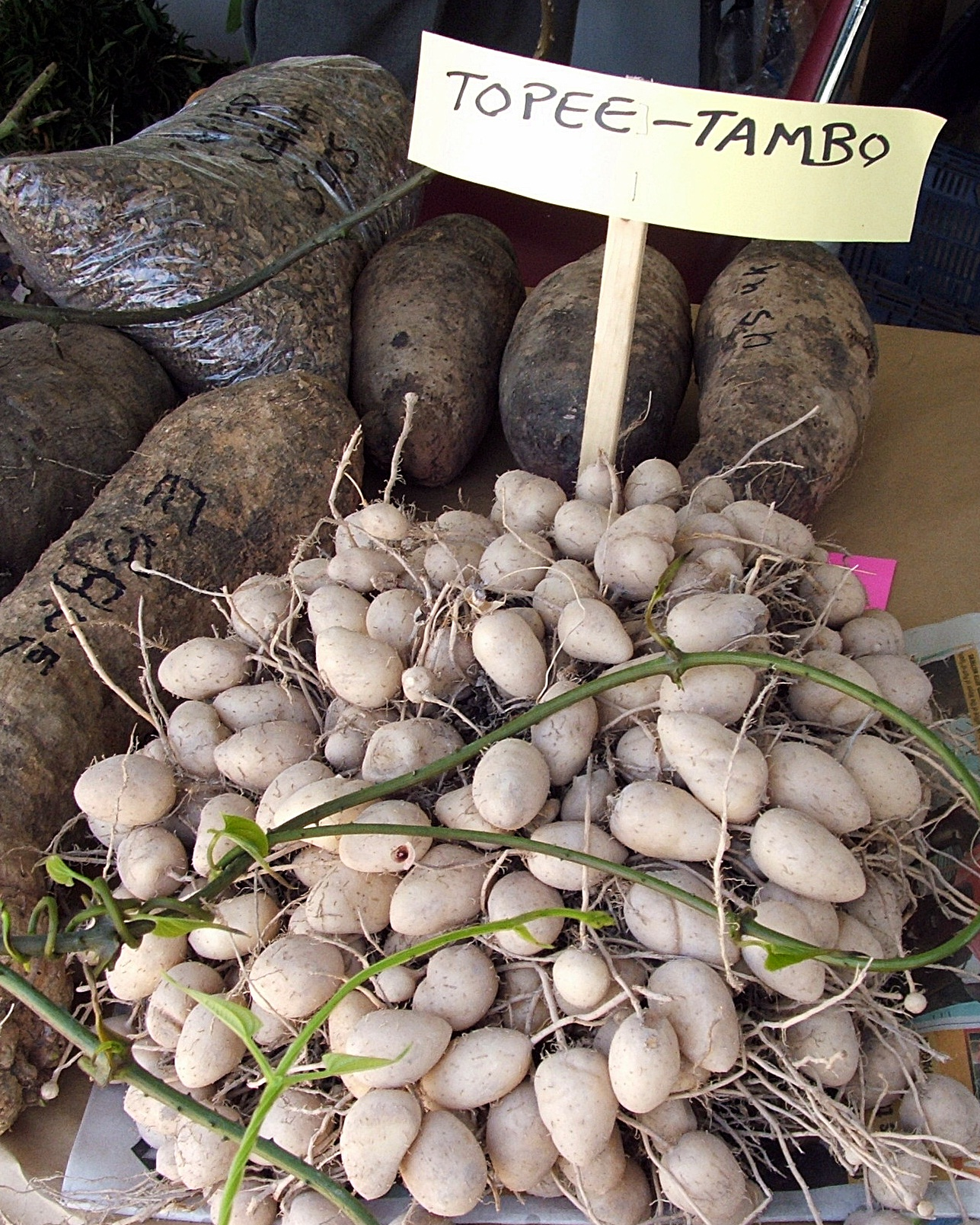
Goeppertia allouia (Syn.: Calathea allouia) (Süßkornwurzel)
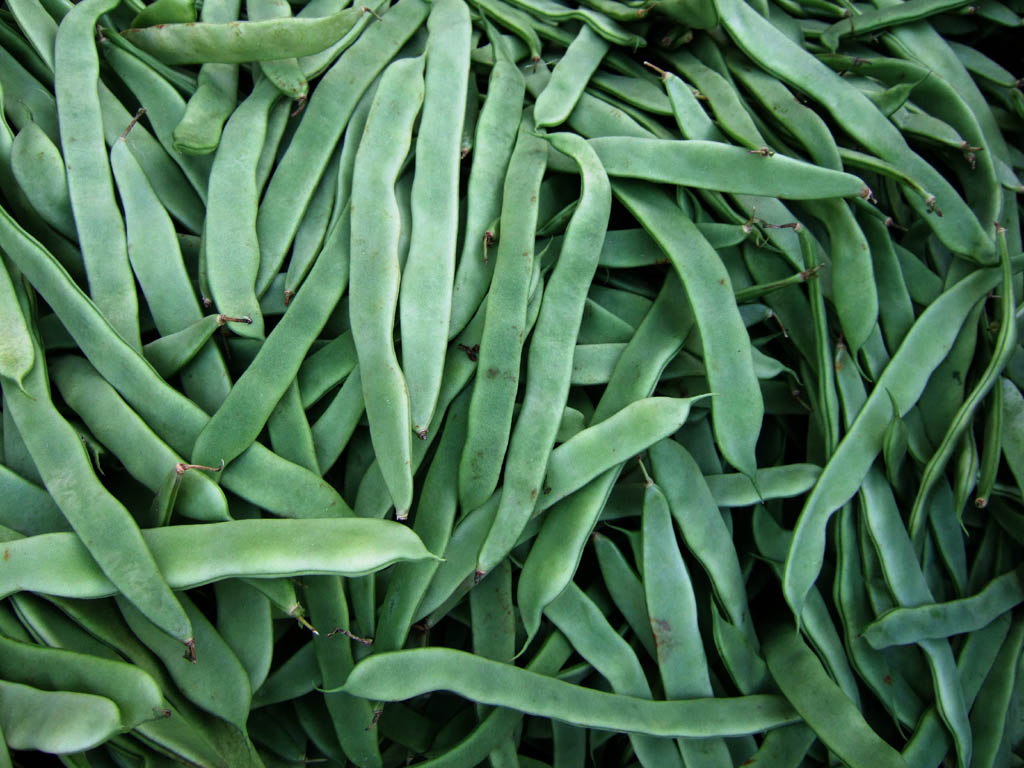
Grüne Bohne (Fisole, Stangenbohne)
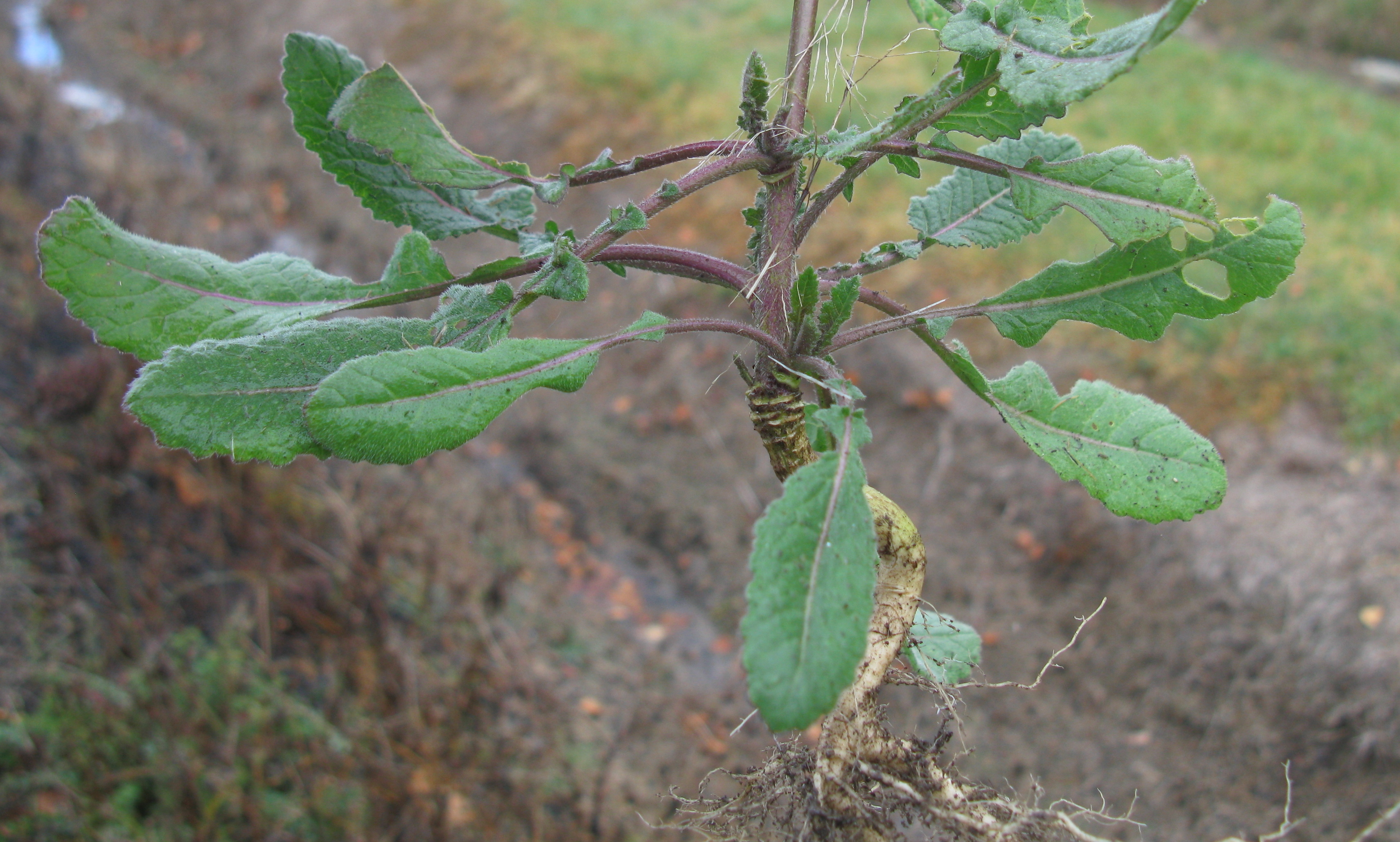
Grausenf
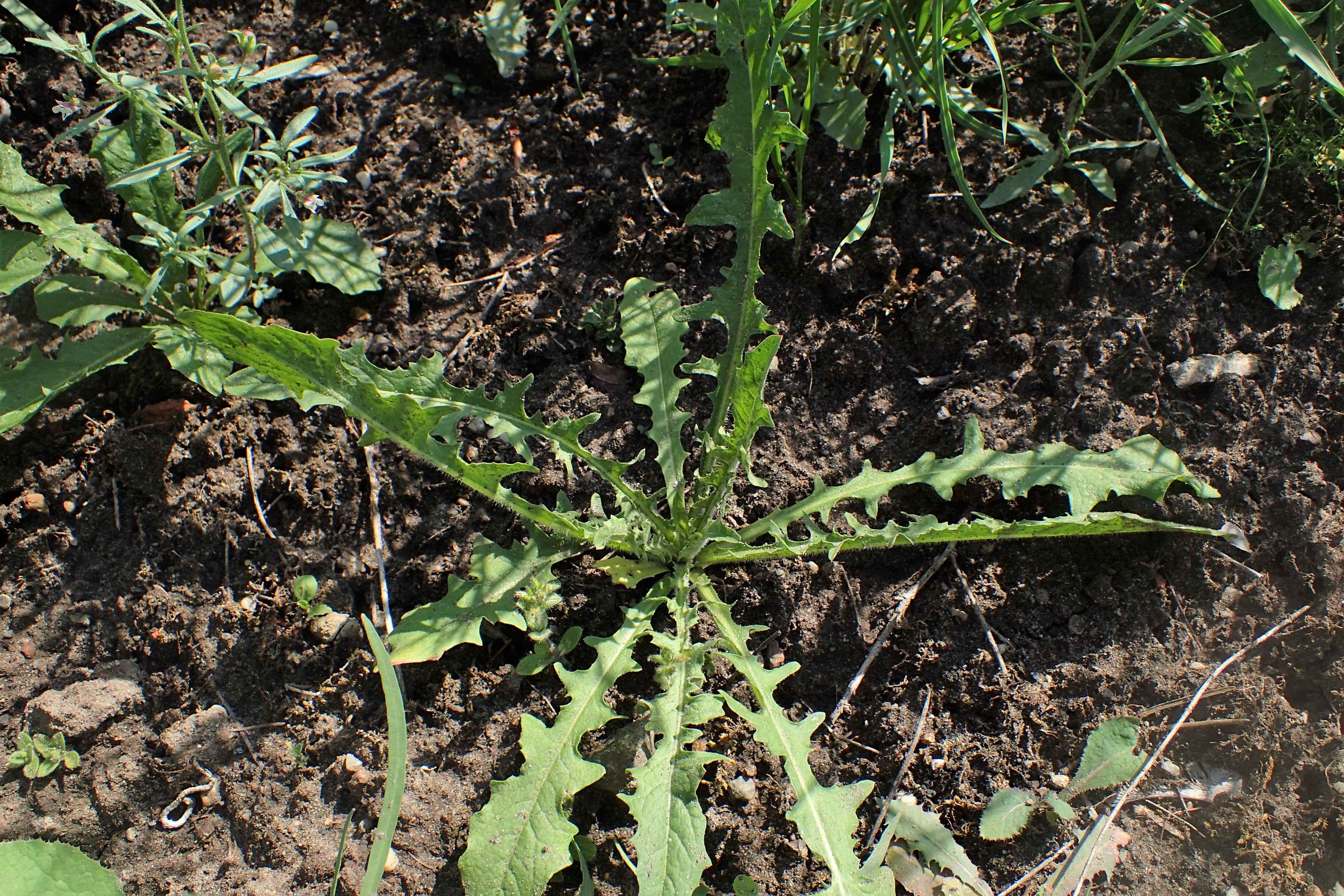
Großer Knorpellattich (Blätter) (auch als Salat)
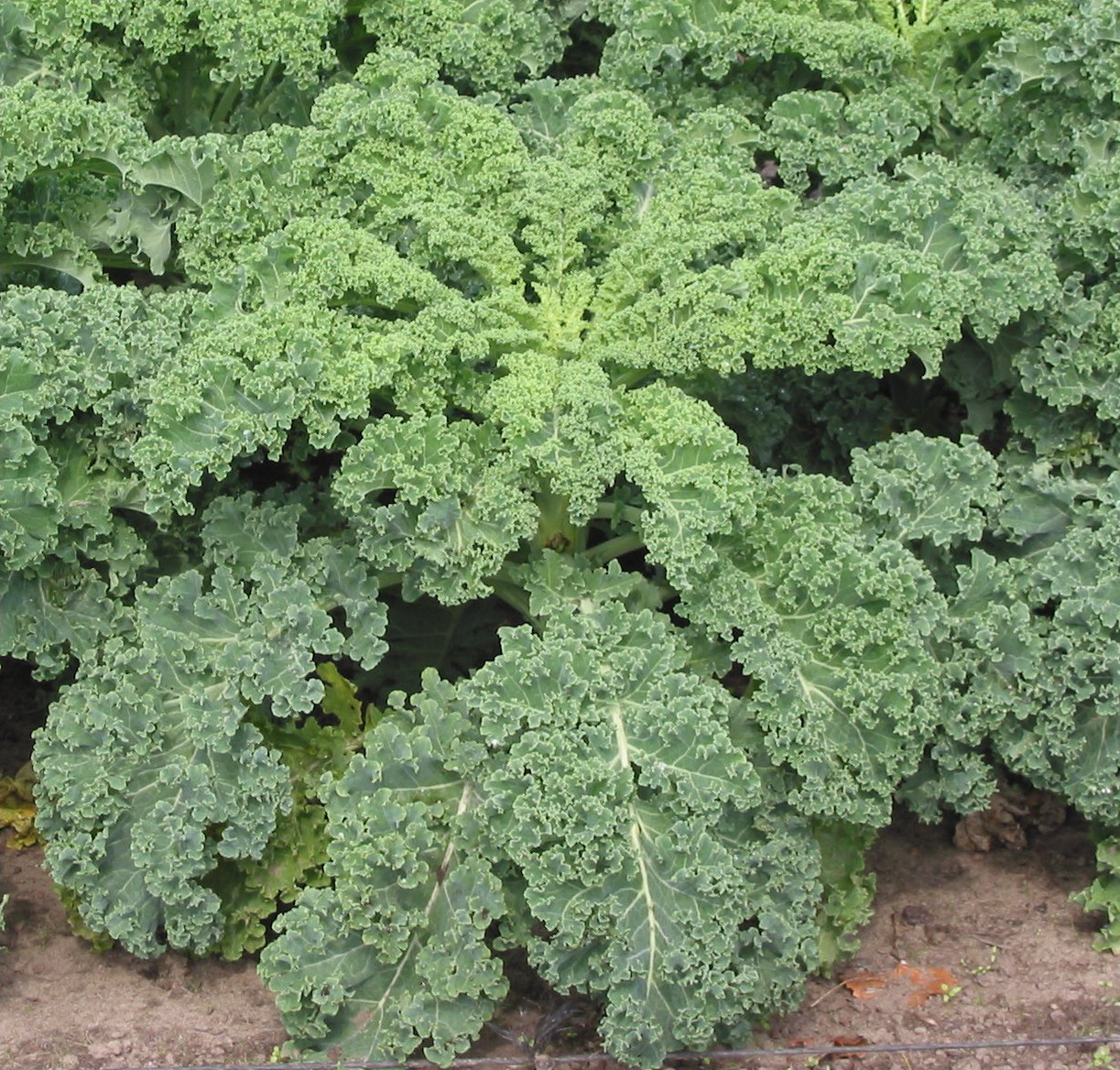
Grünkohl (Federkohl, Krauskohl)
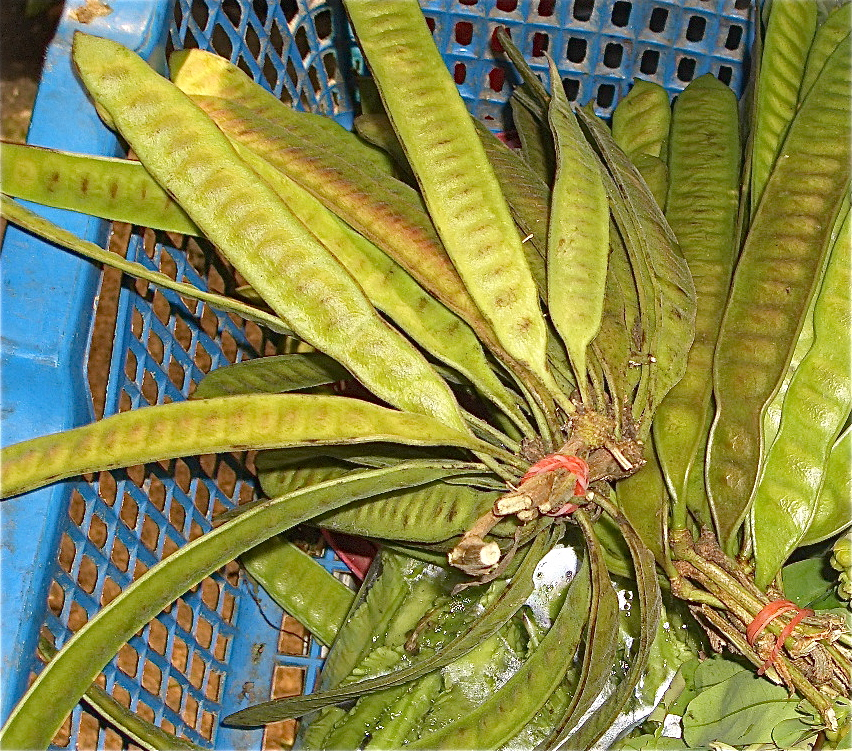
Guajes Weißkopfmimose und versch. Leucaena-Arten (junge Blätter und Früchte sowie Samen)
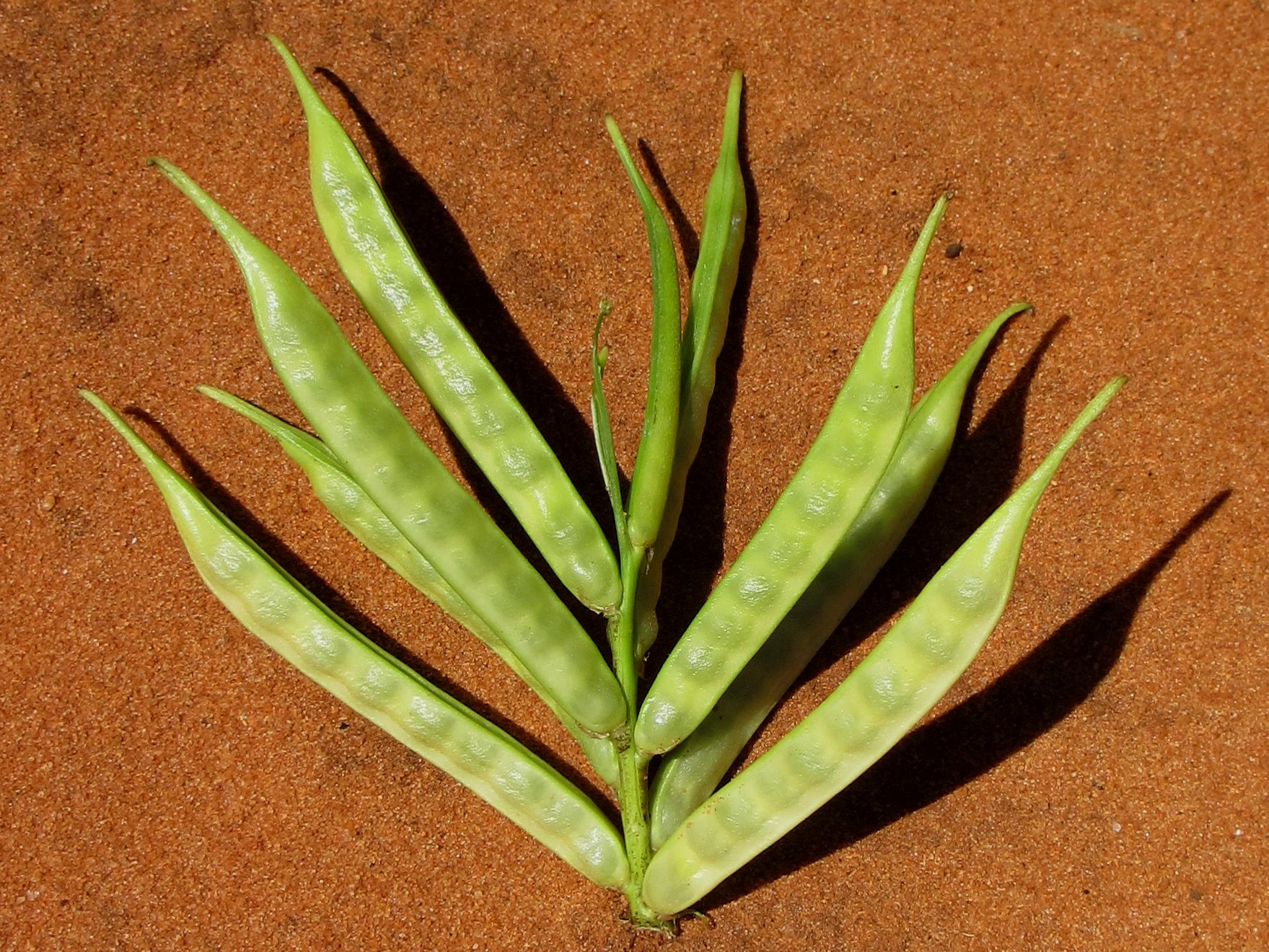
Guarbohne
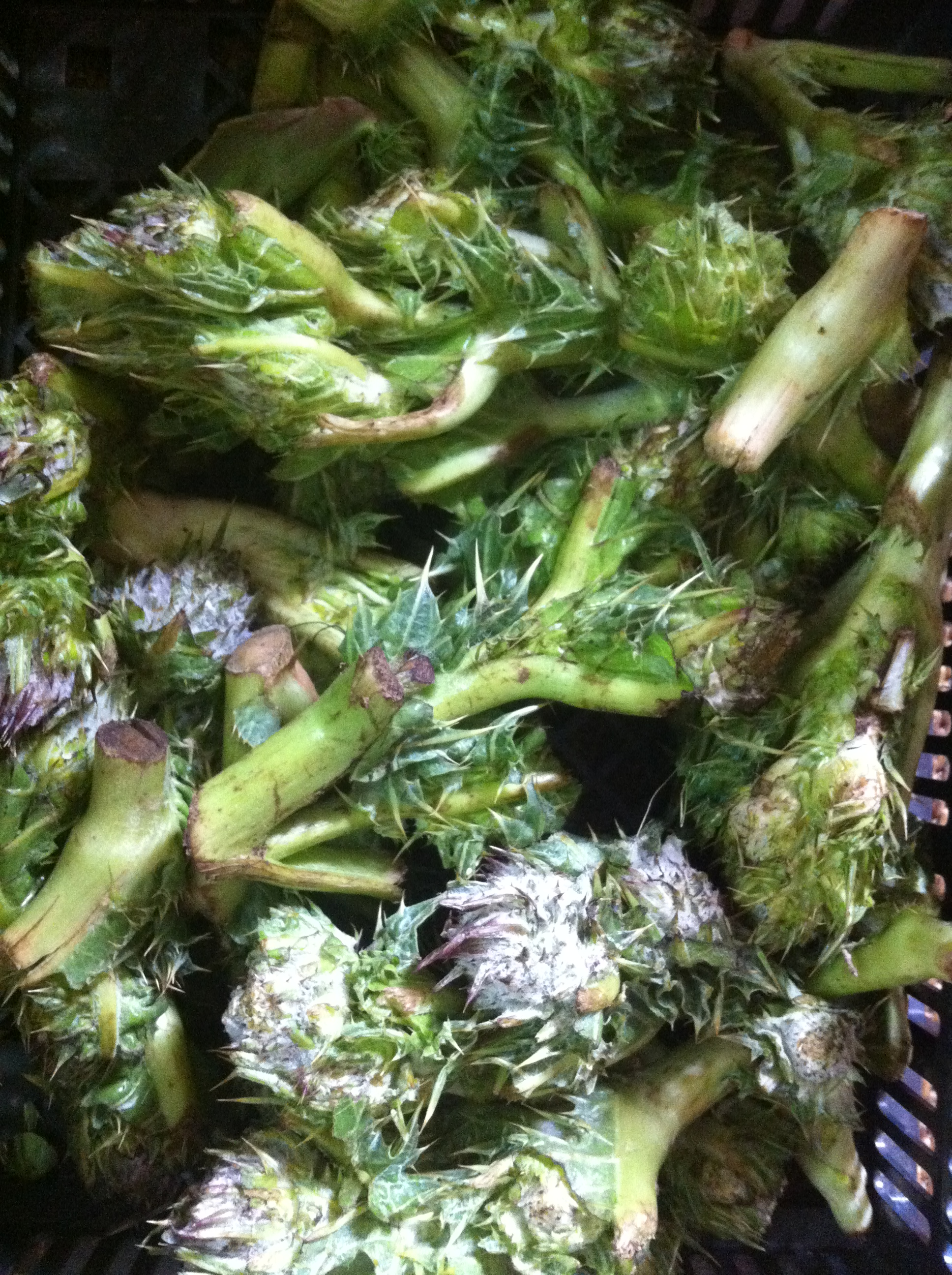
Gundelia tournefortii (Akkoub) (junge Blütenkörbe und Blätterbasen, Stängel, Wurzeln)
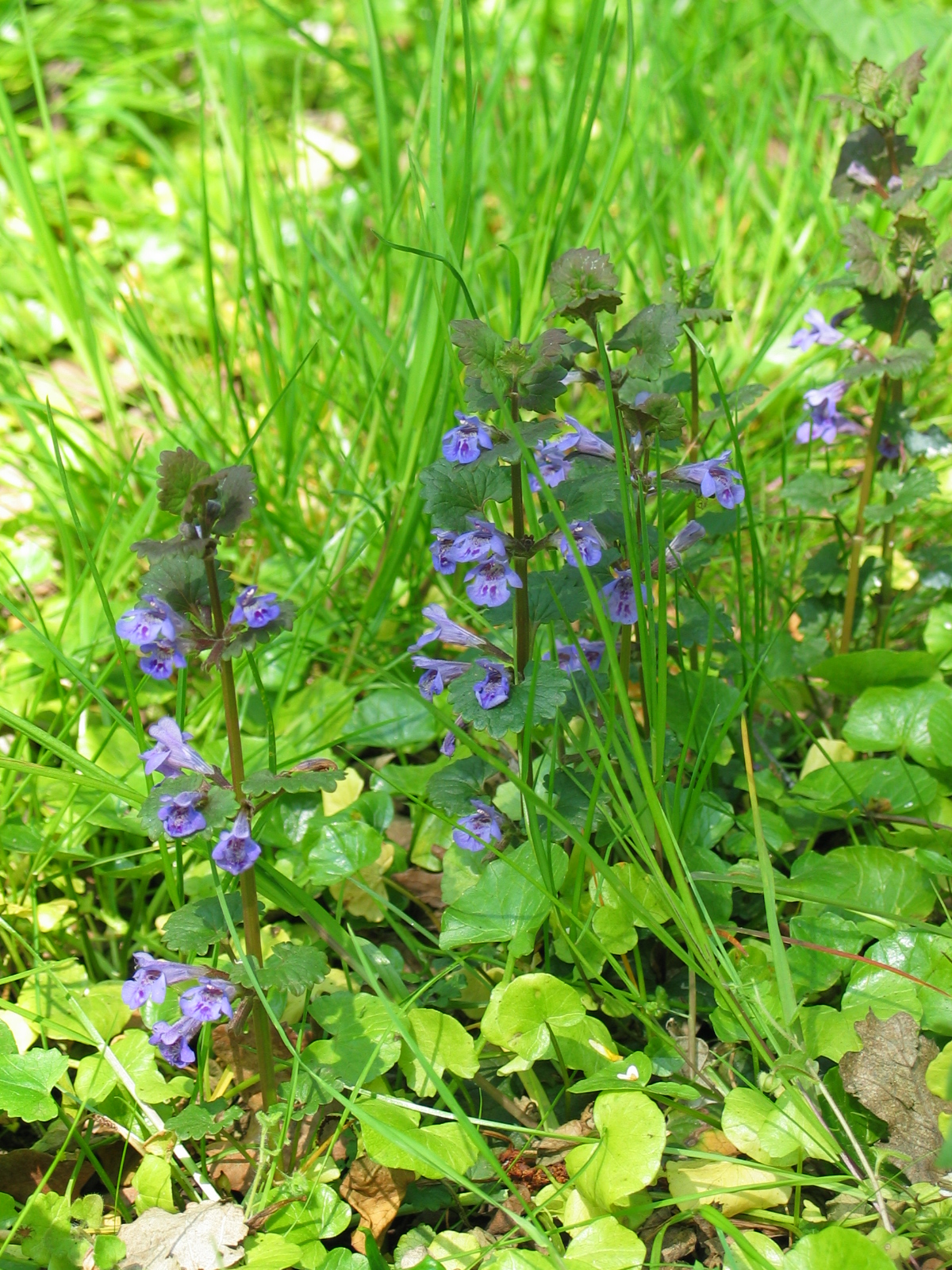
Gundermann
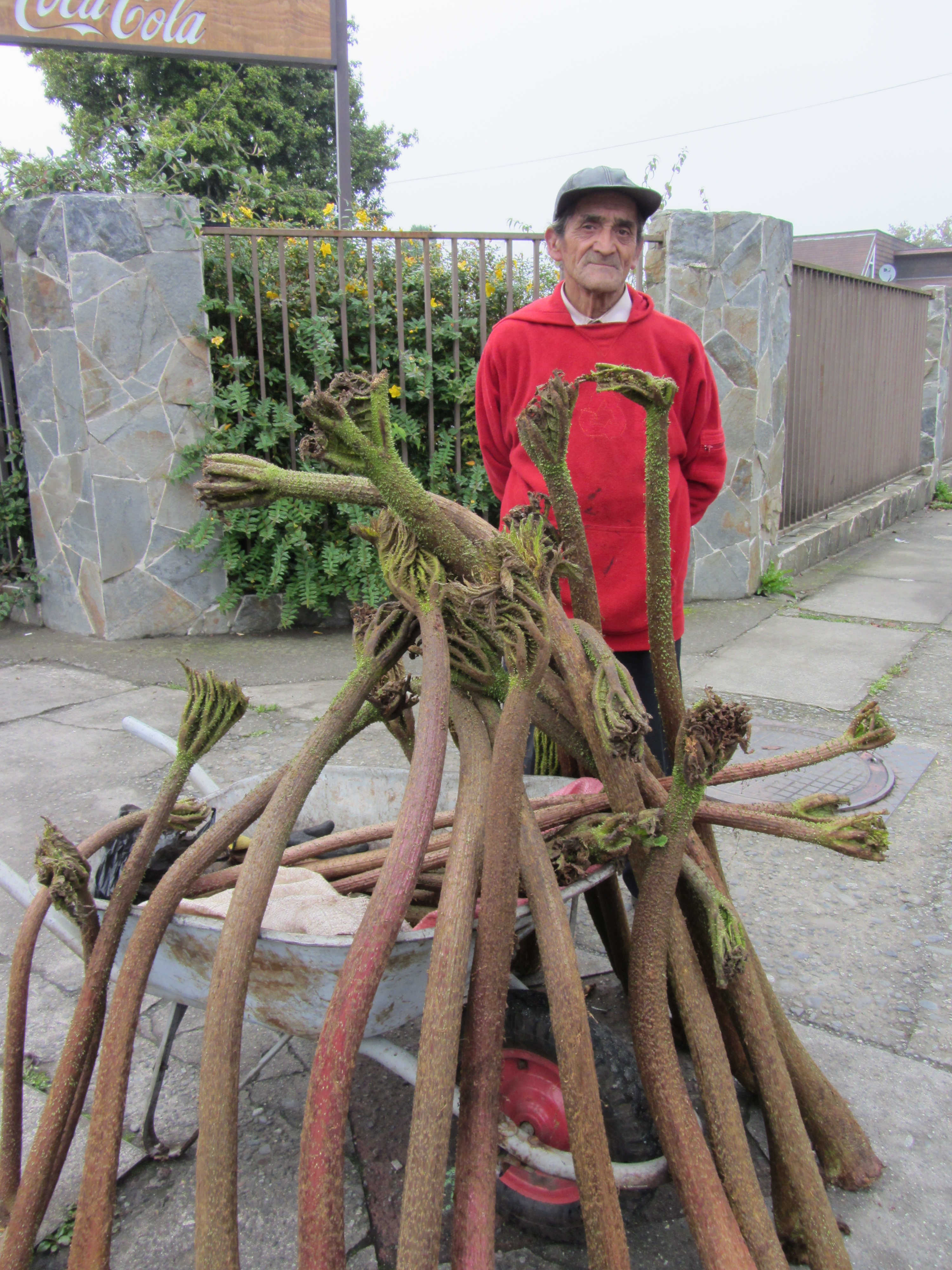
Gunnera tinctoria (junge Blattstiele)
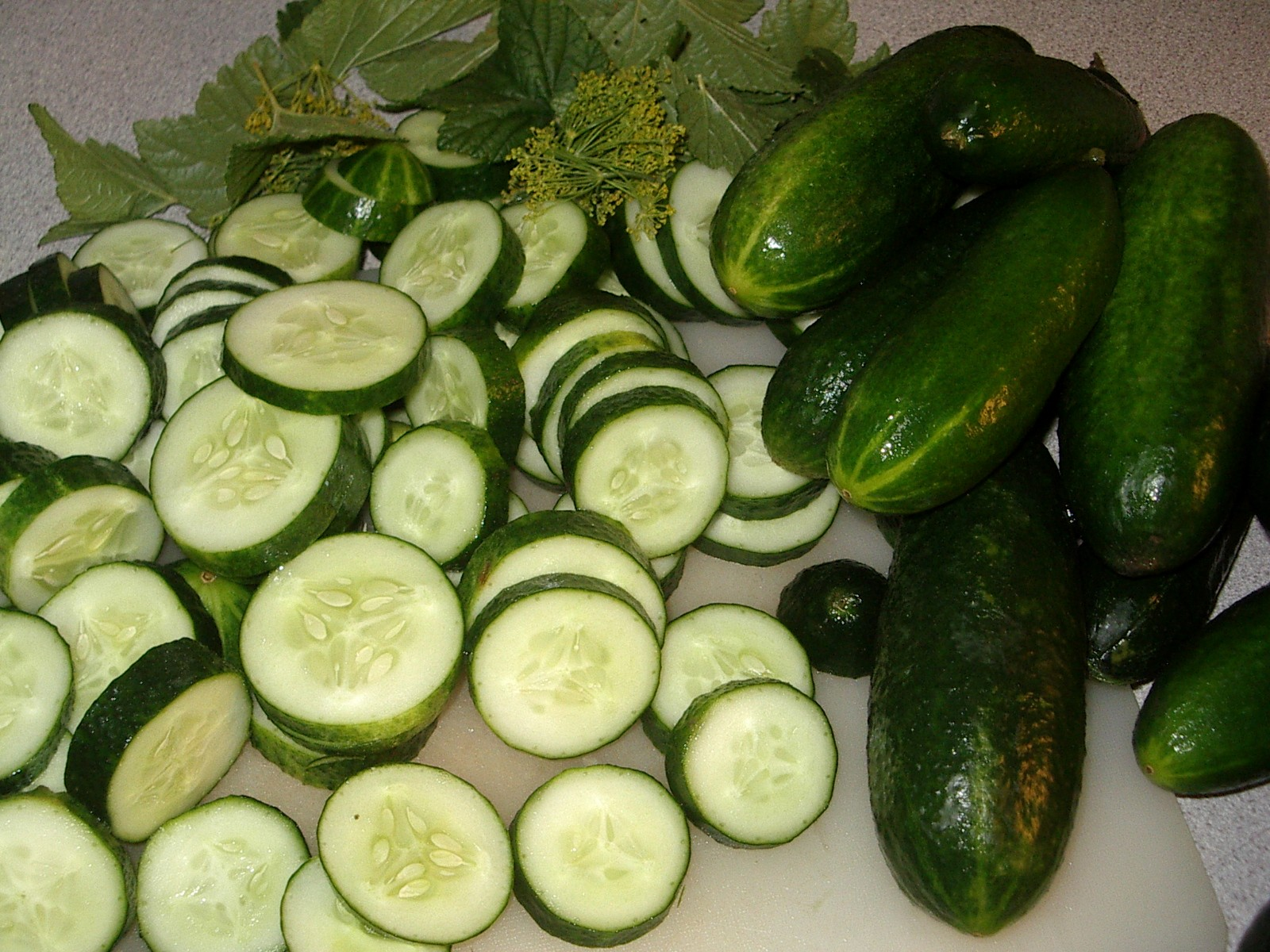
Gurke
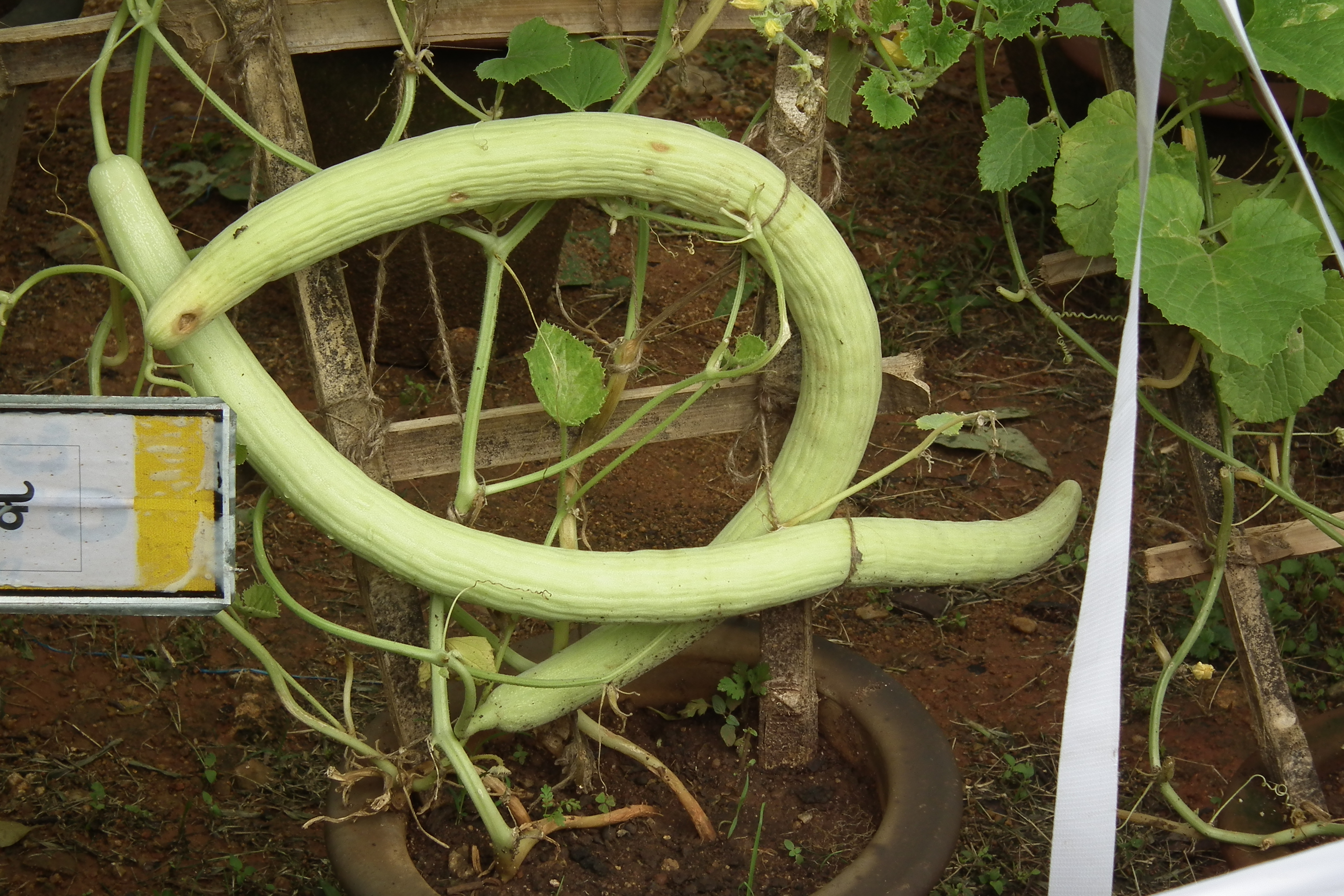
Gurkenmelone (Cucumis melo var. flexuosus)
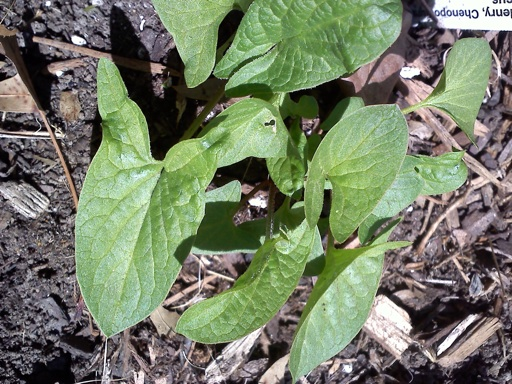
Guter Heinrich
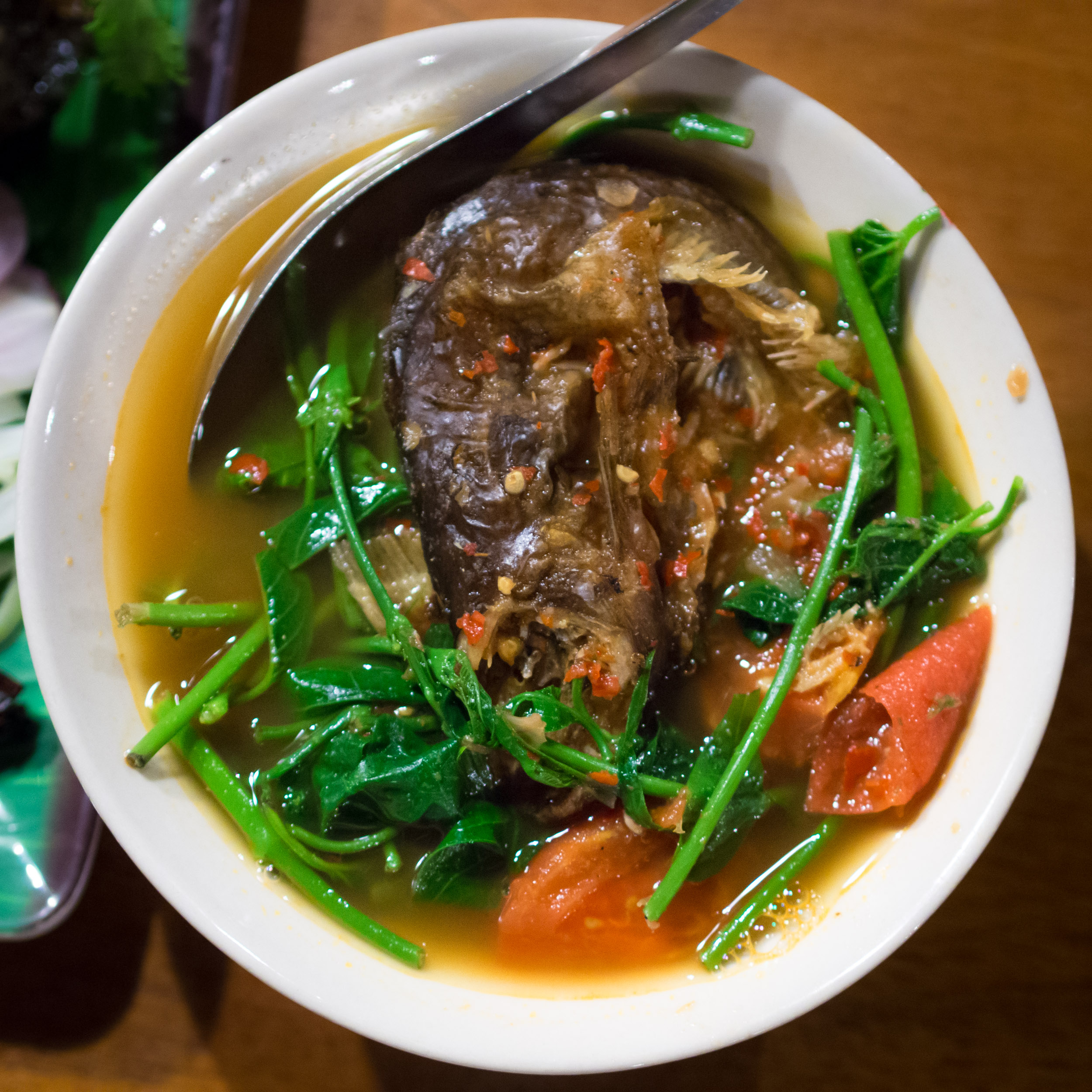
Gymnema inodorum
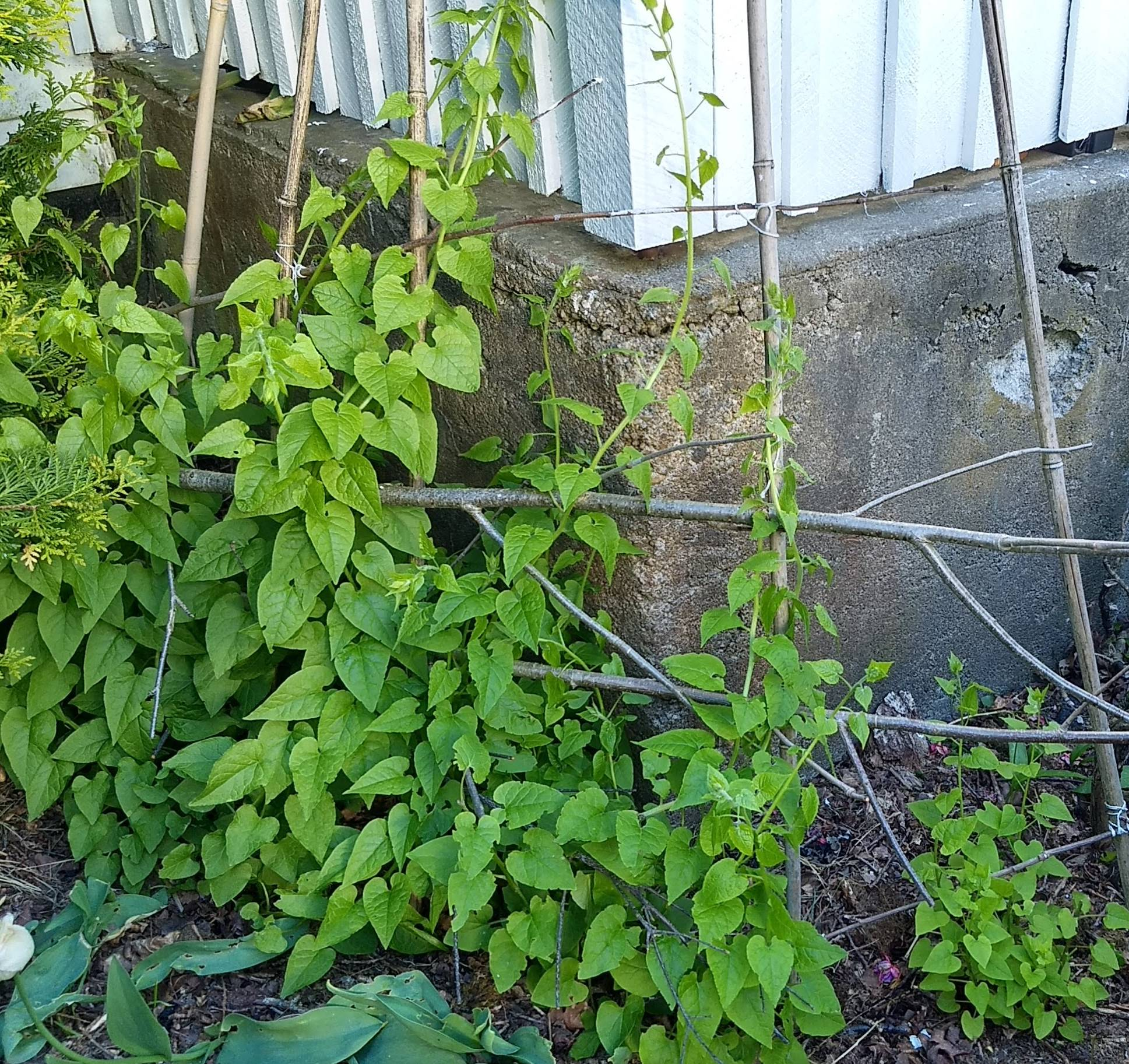
Hablitzia tamnoides (Spinatranke, Kaukasischer Rankspinat)
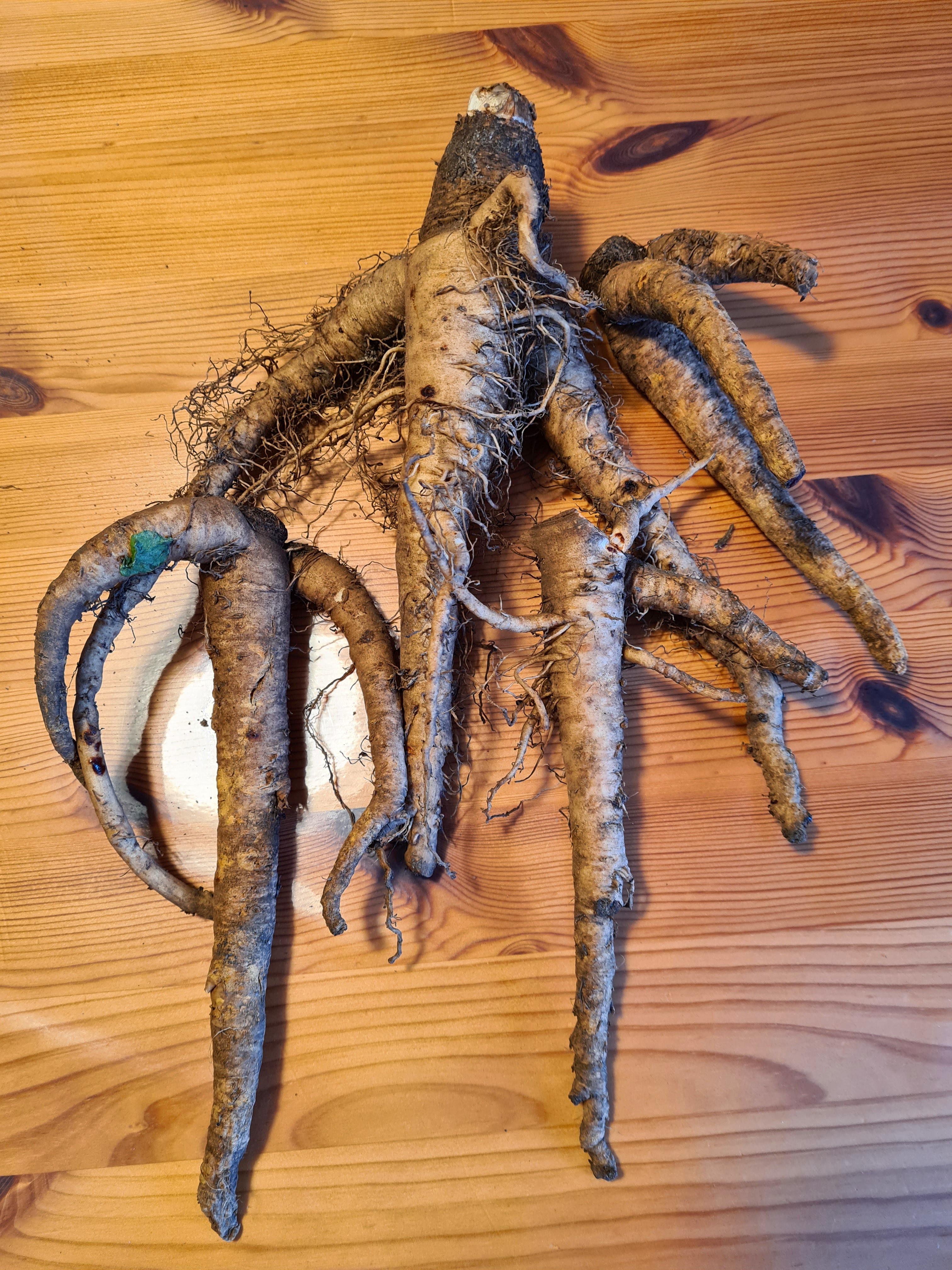
Haferwurzel
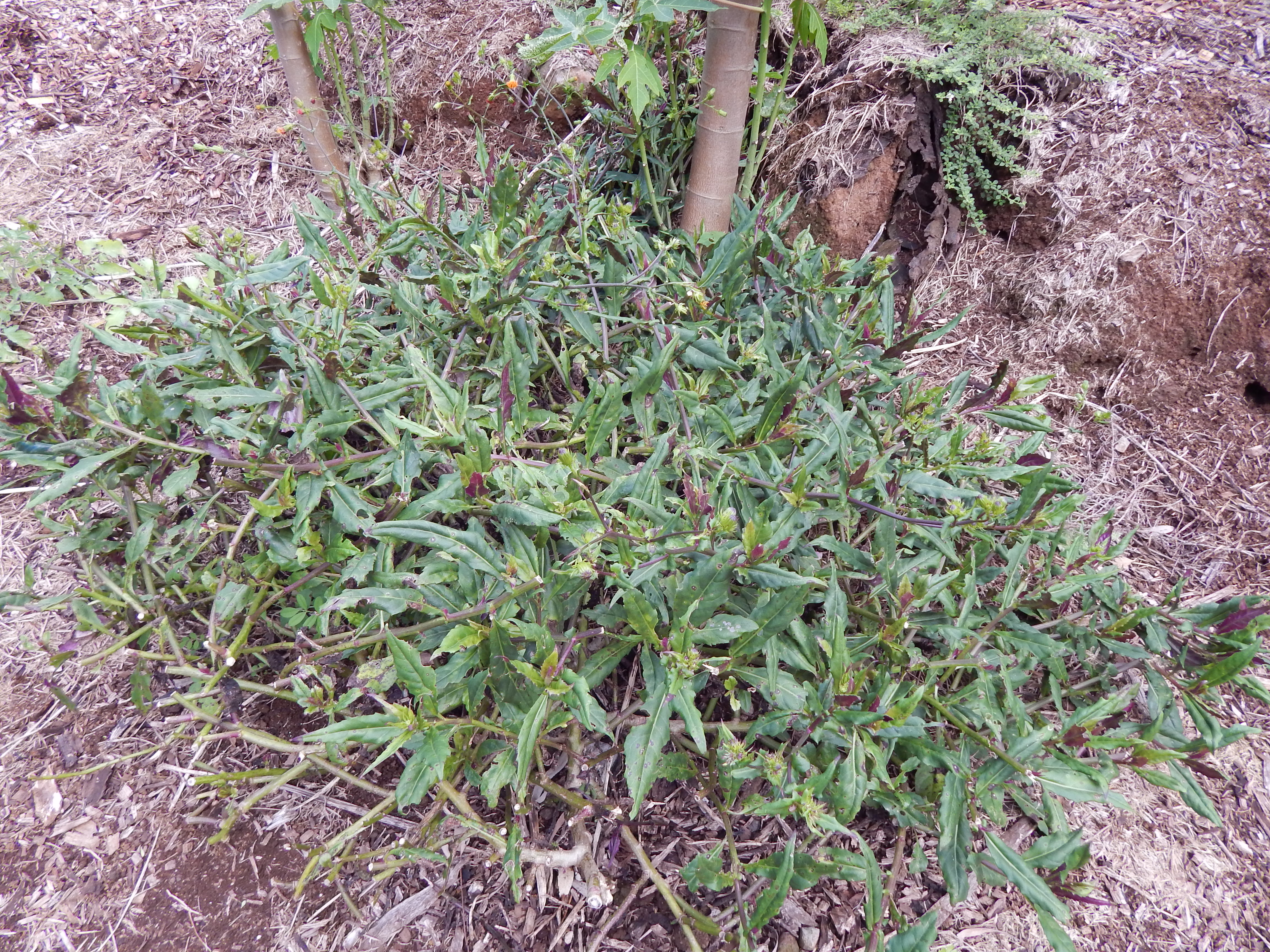
Handama (Okinawa Spinat) (Gynura bicolor) (ähnlich sind Gynura pseudochina, Gynura procumbens)
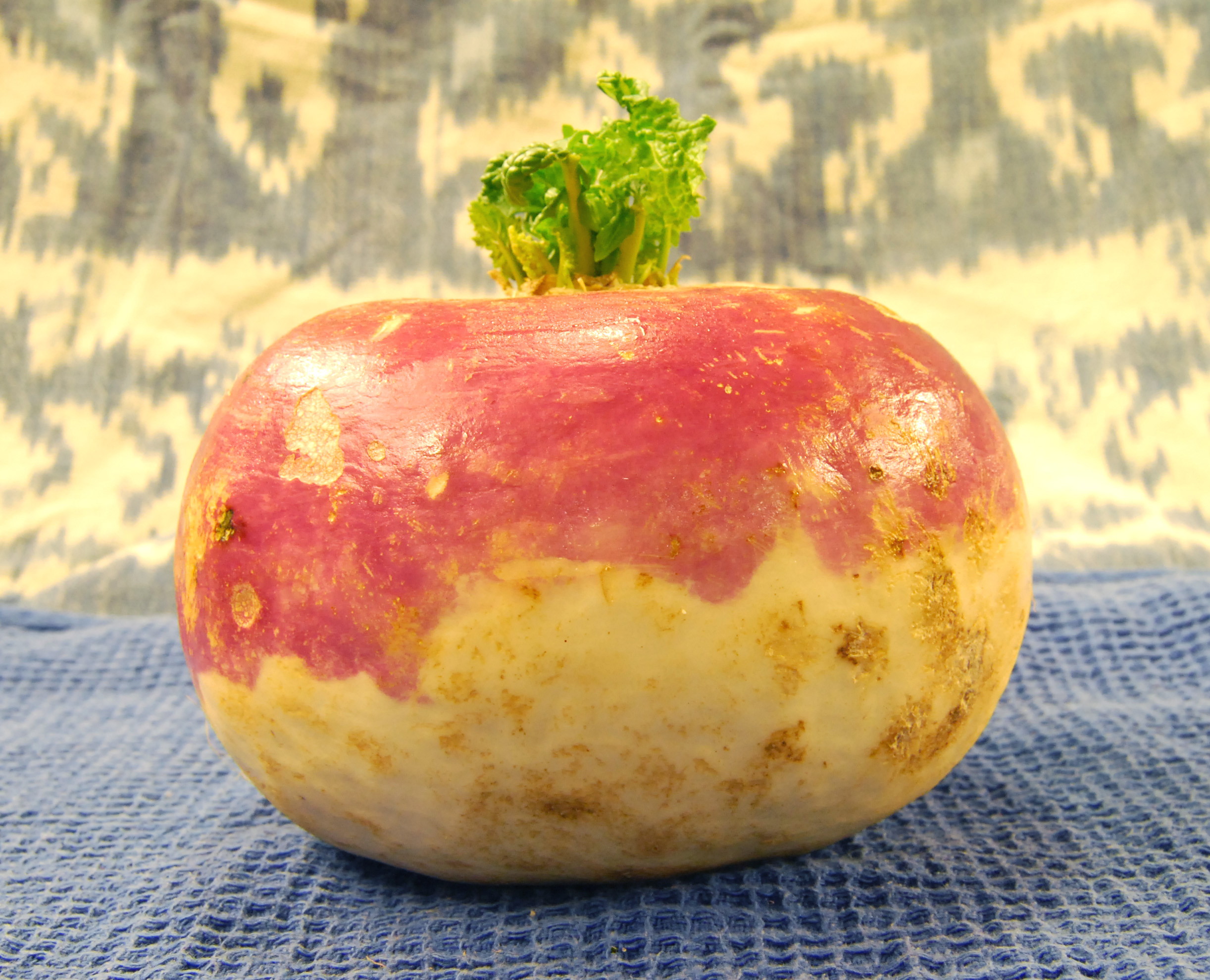
Herbstrübe (Räbe)
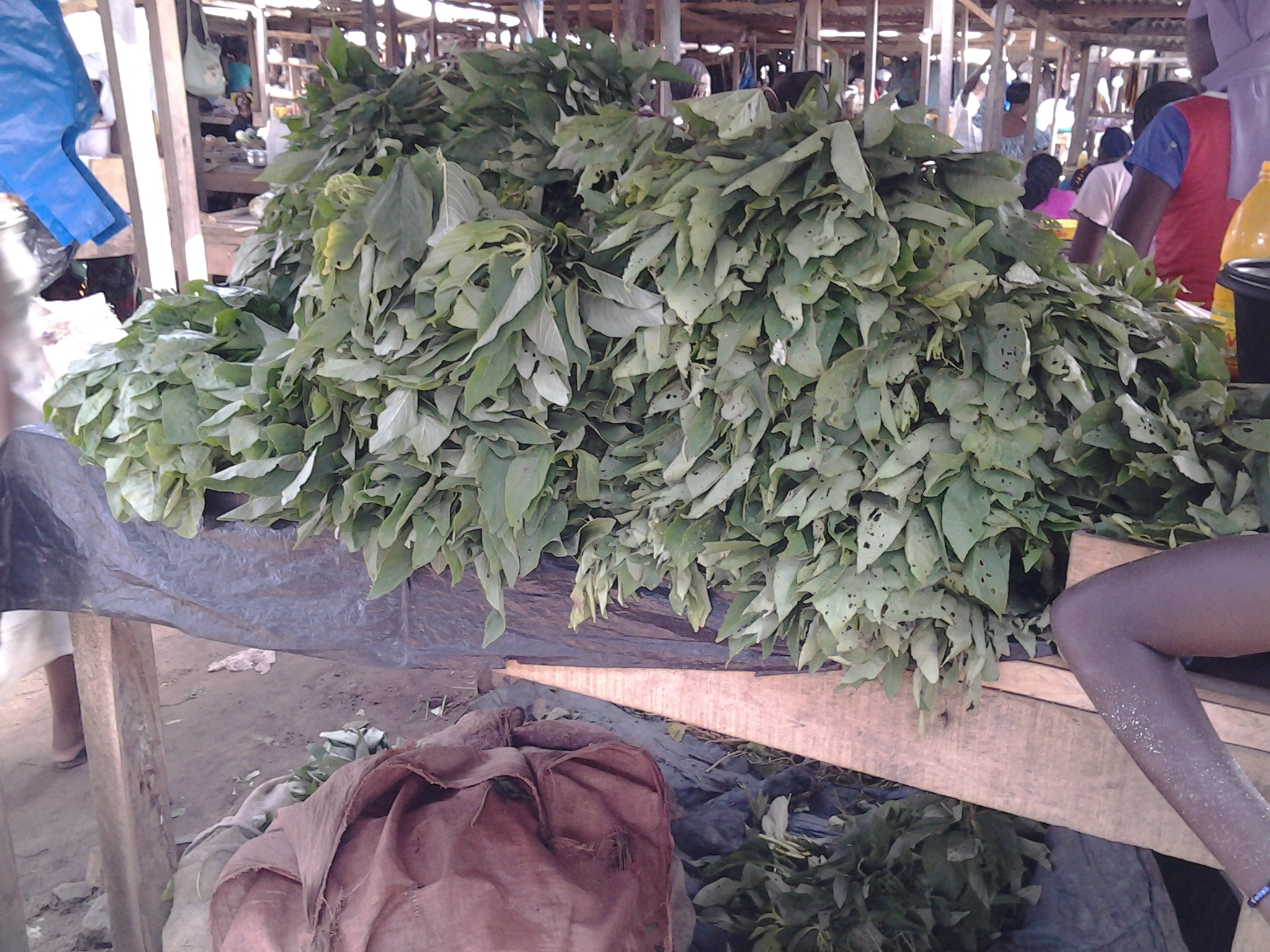
Hibiskusblätter (siehe auch Gewürz)
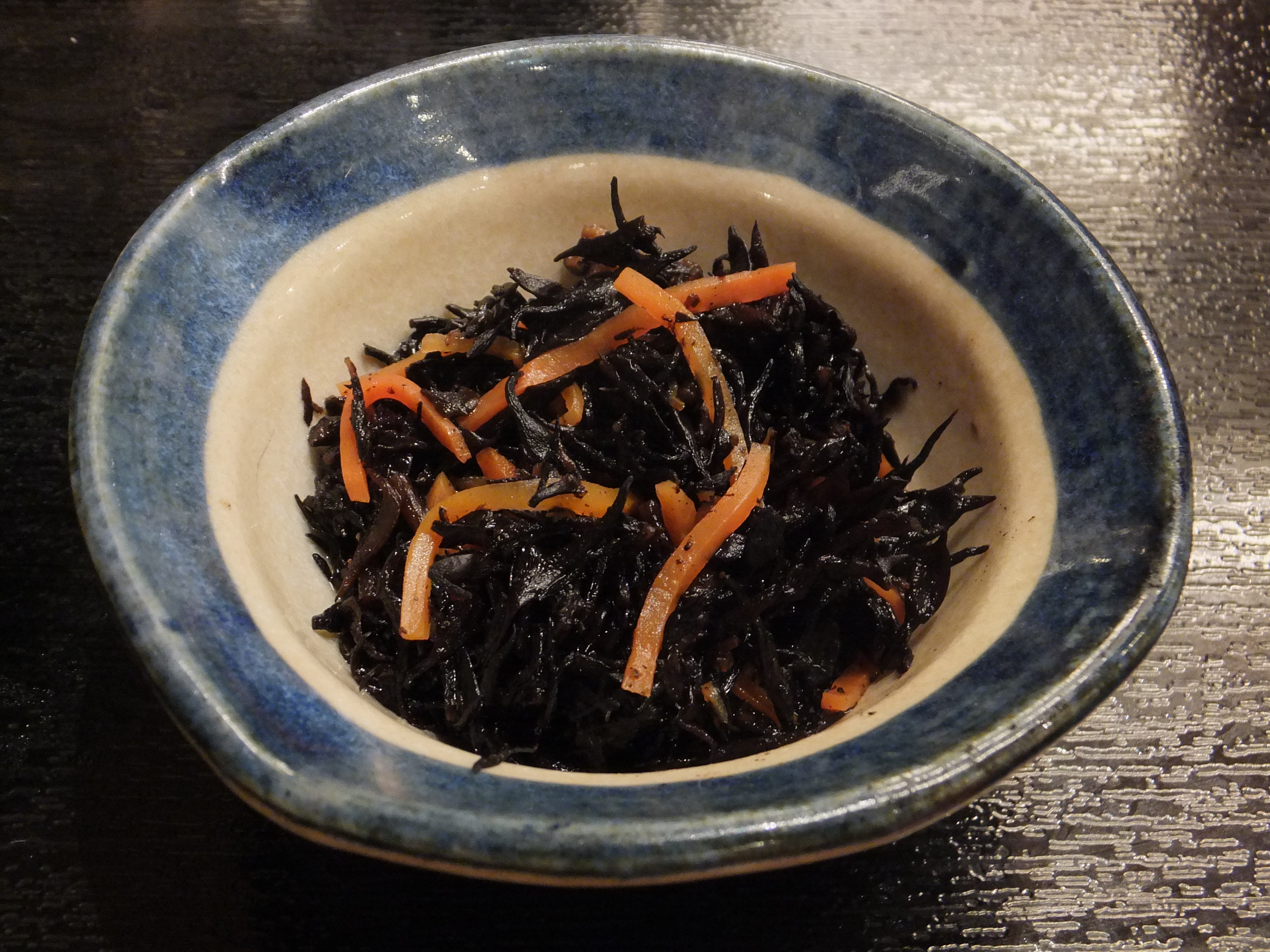
Hijiki (Sargassum fusiforme Syn.: Hizikia fusiformis)
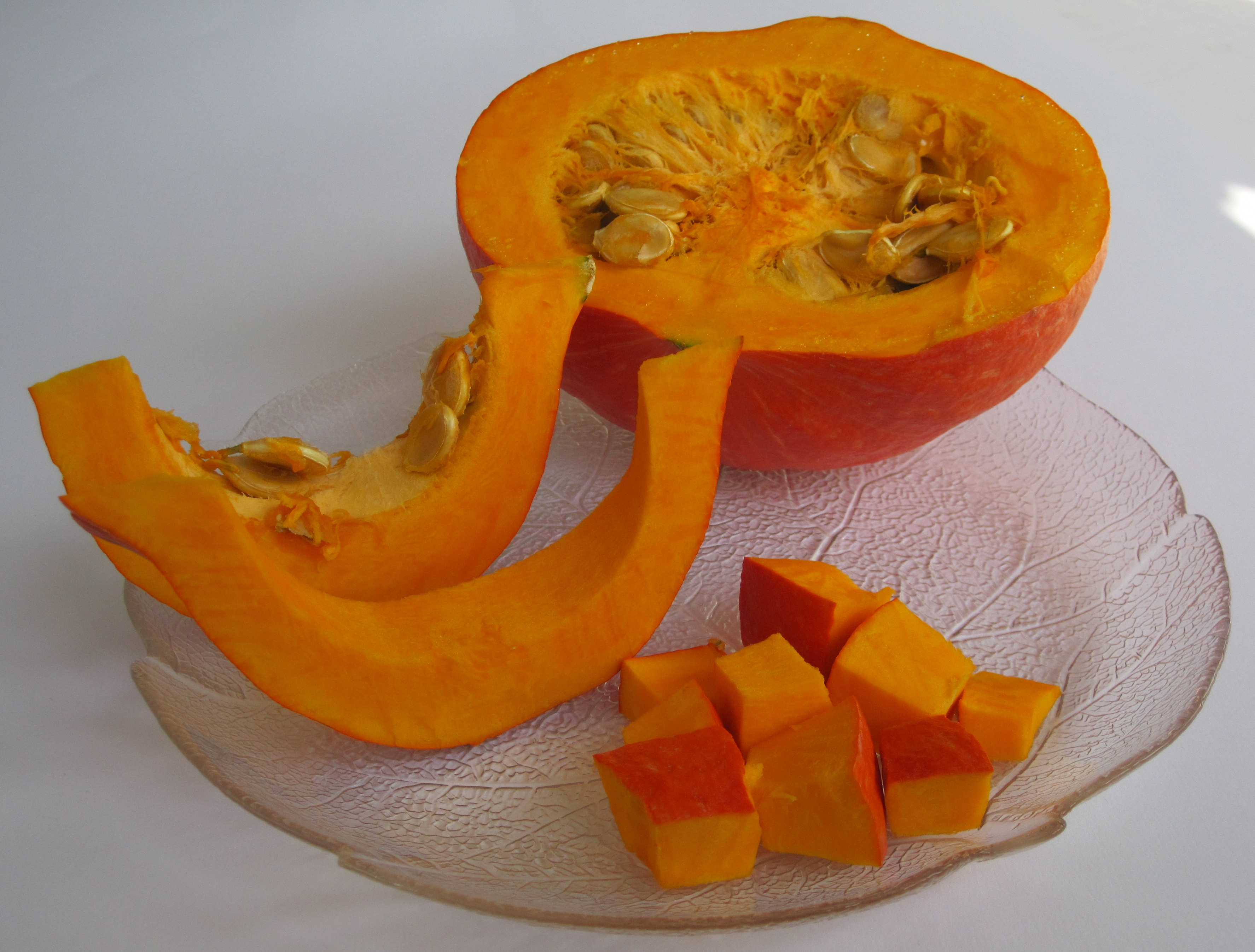
Hokkaidokürbis
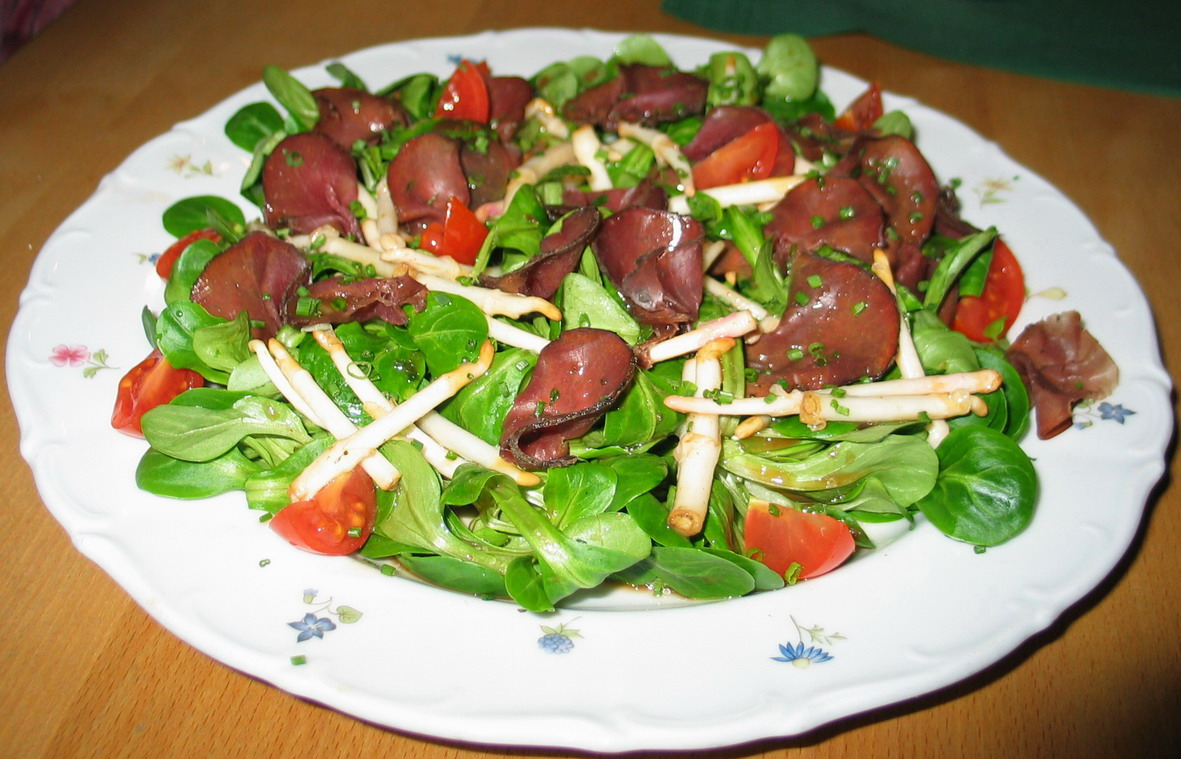
Hopfenspargel (nur unterirdische Sprossen)
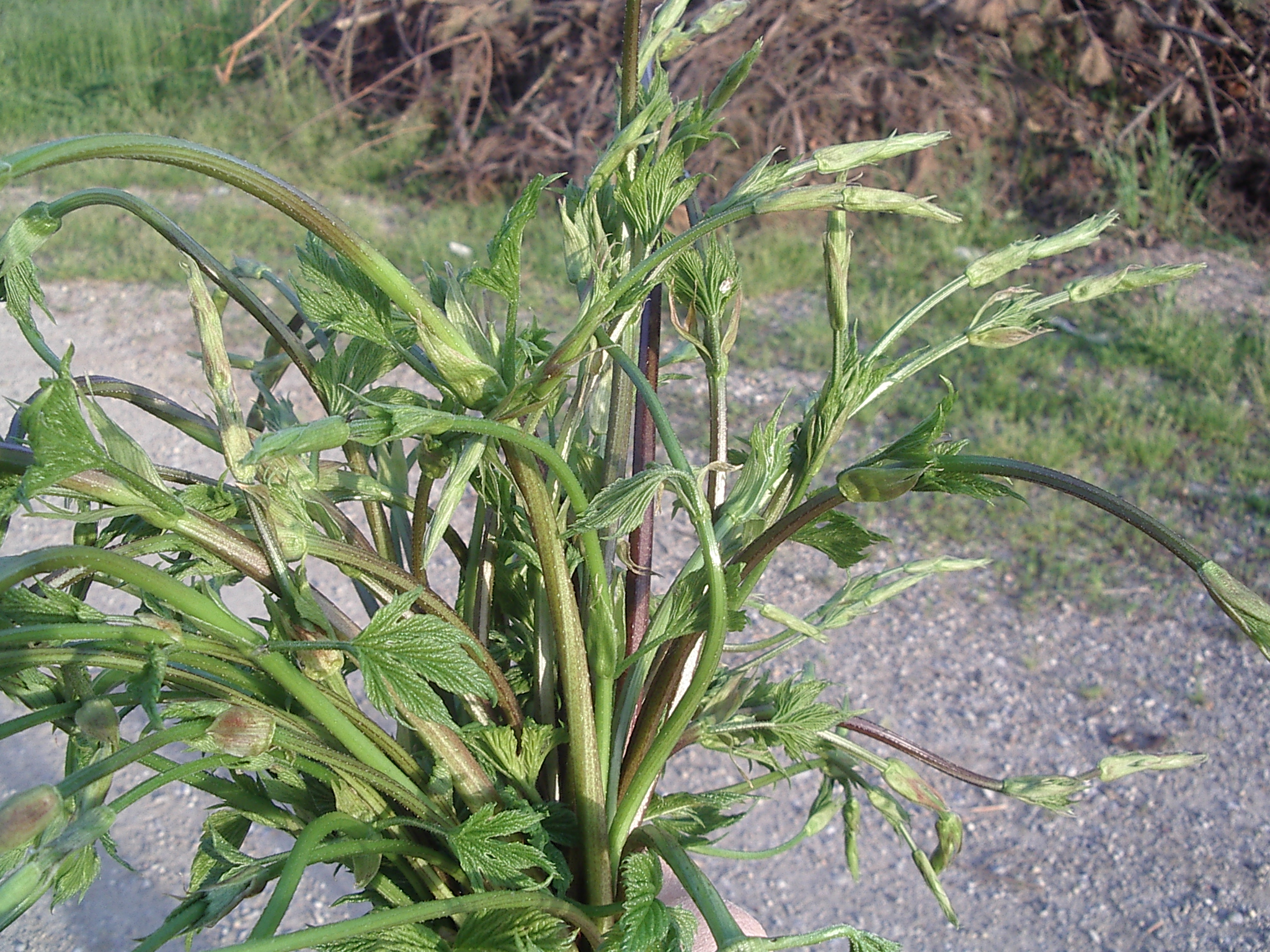
Hopfensprossen (Hopfenspitzen)
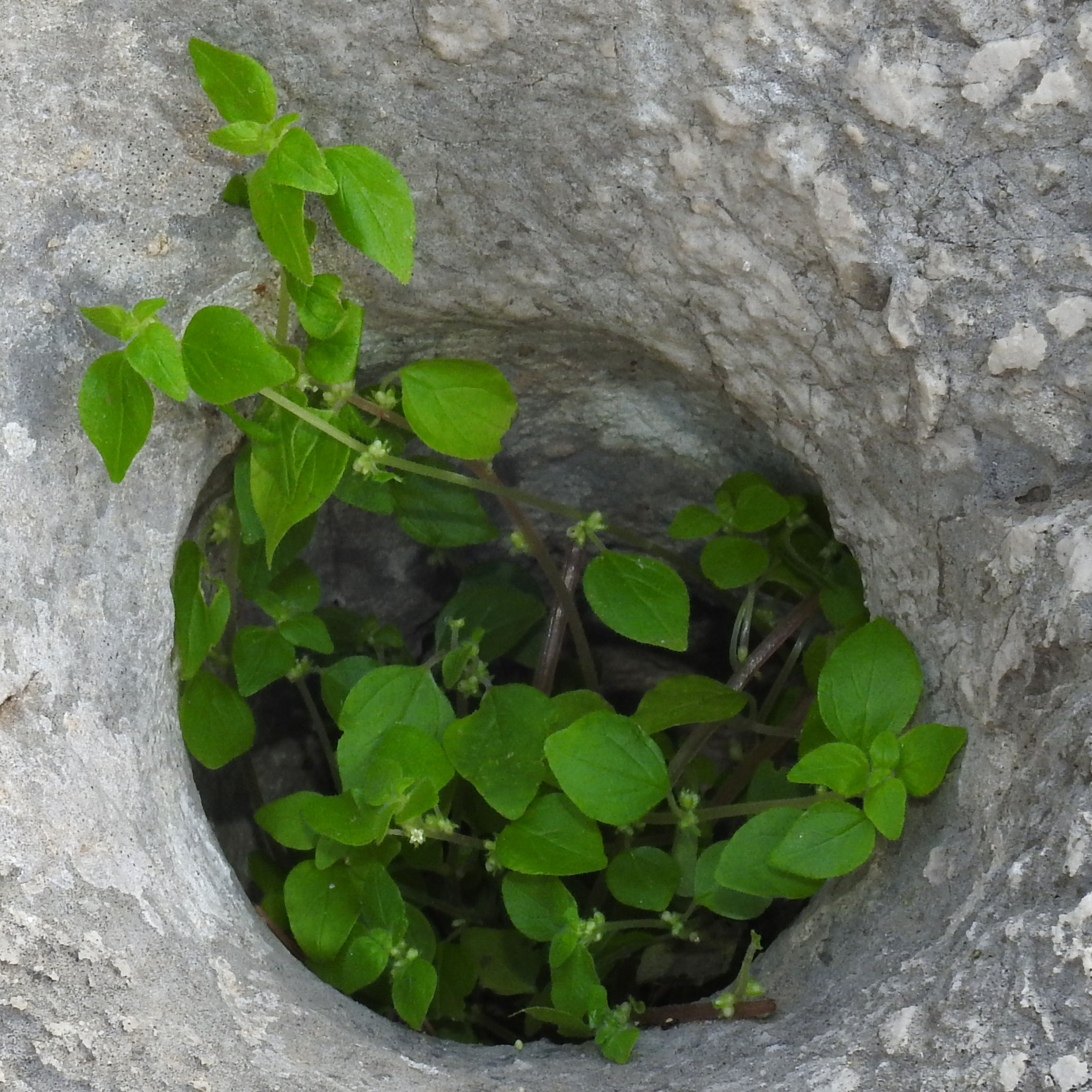
Hundskohl
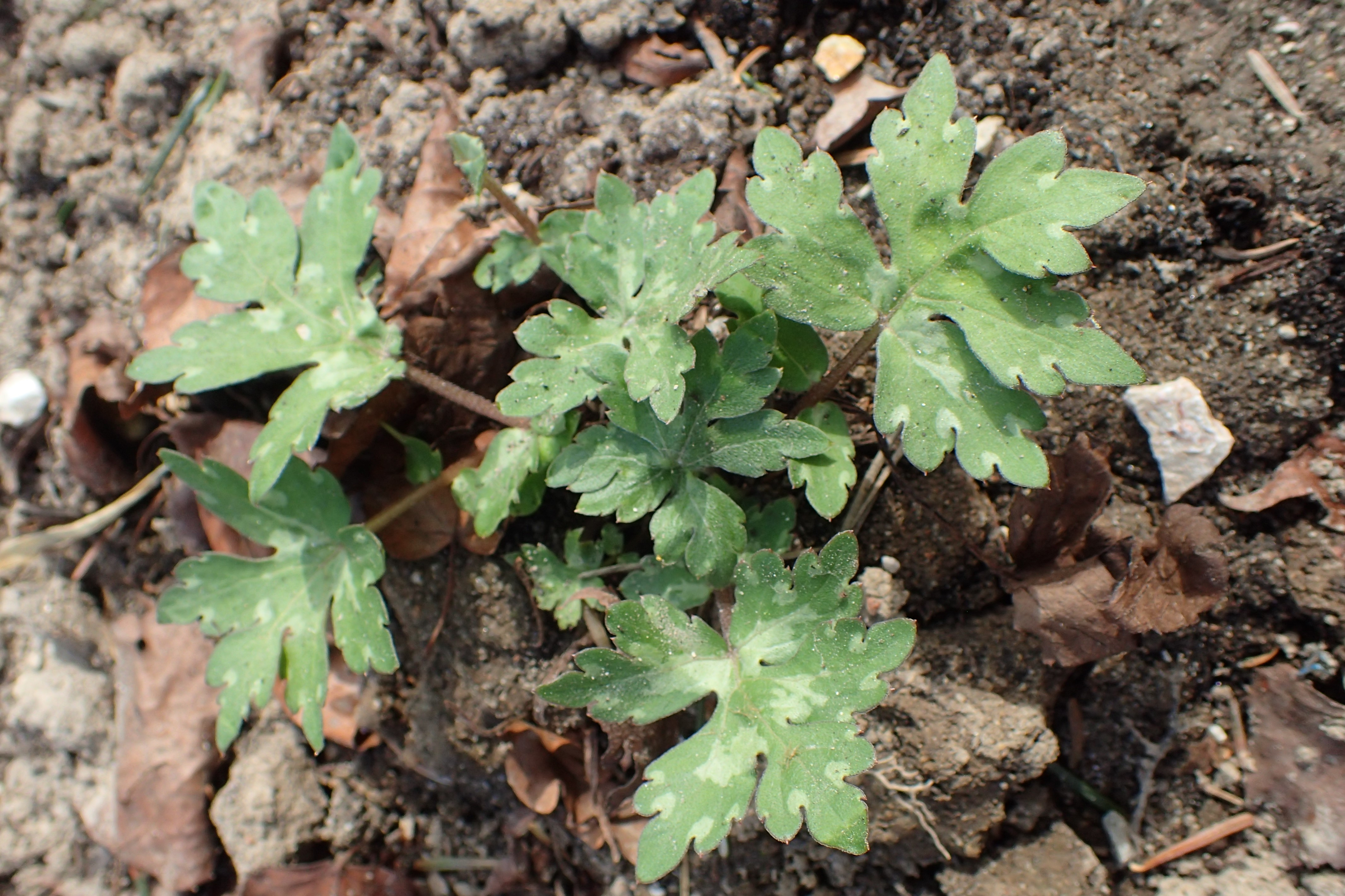
Hydrophyllum canadense, Hydrophyllum virginianum (junge Blätter)
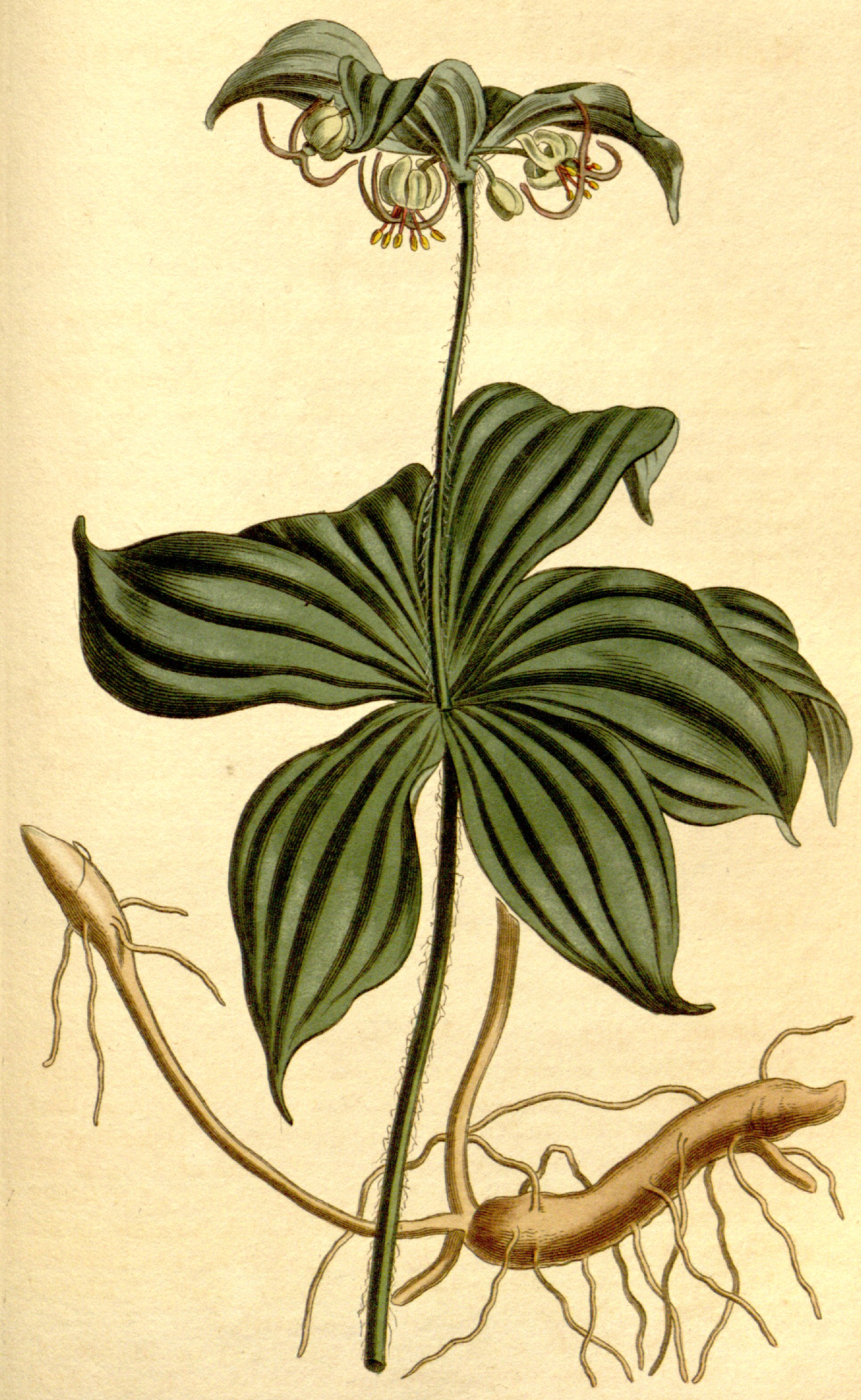
Indianer-Schlangenwurzel (Wurzeln) (auch als Salat)
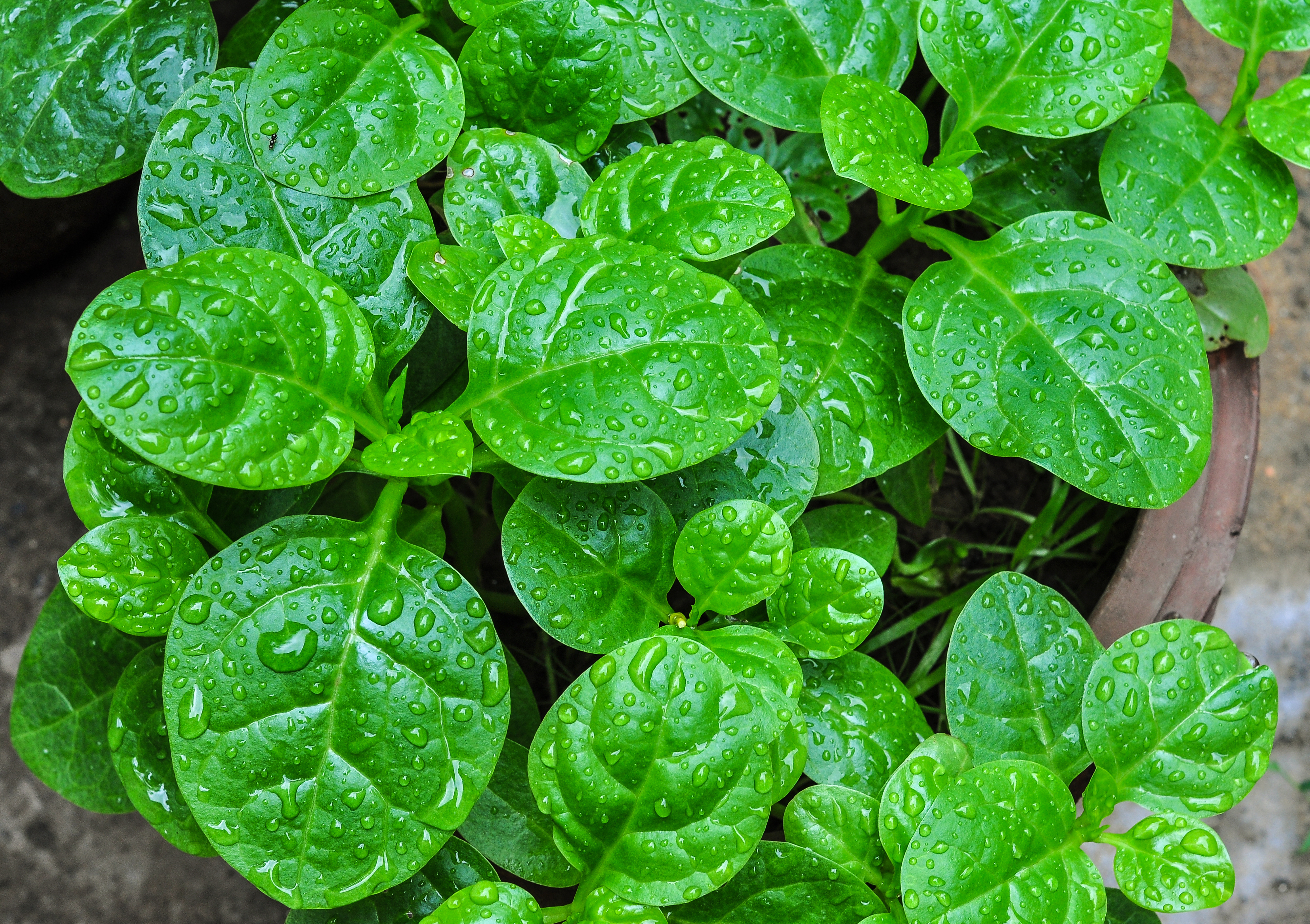
Indischer Spinat (Cholai Saag)
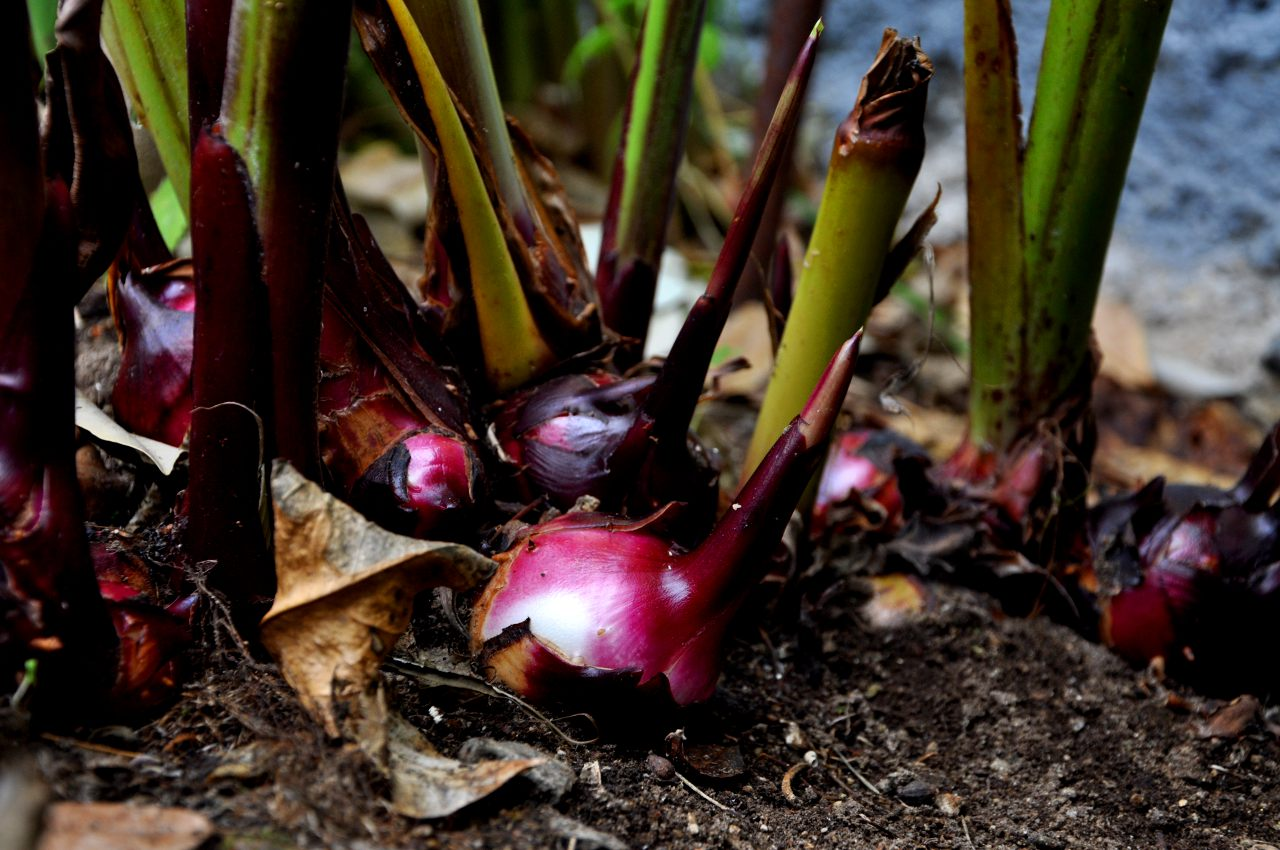
Indisches Blumenrohr (Achira) (Wurzeln und junge Sprossen)
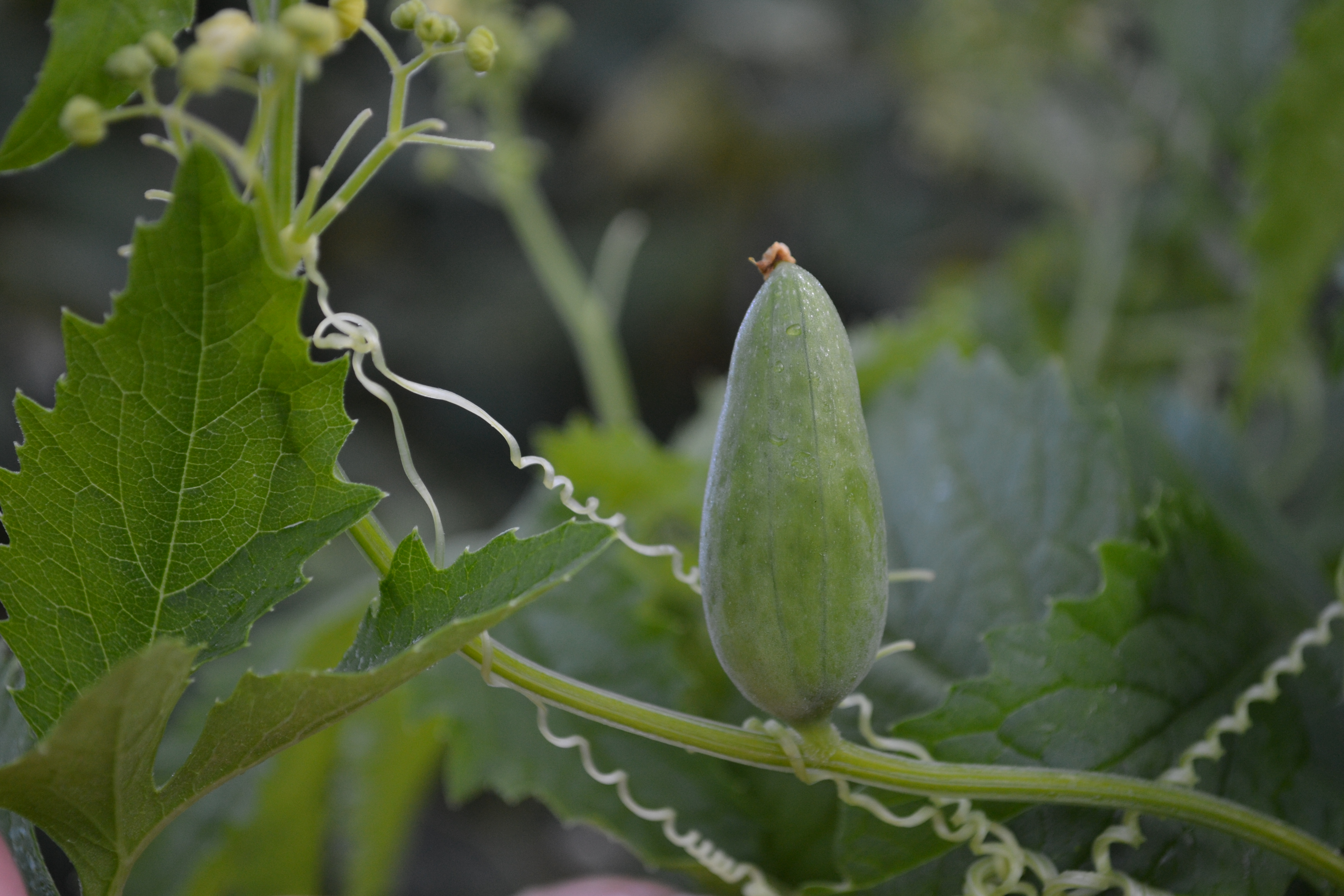
Inkagurke
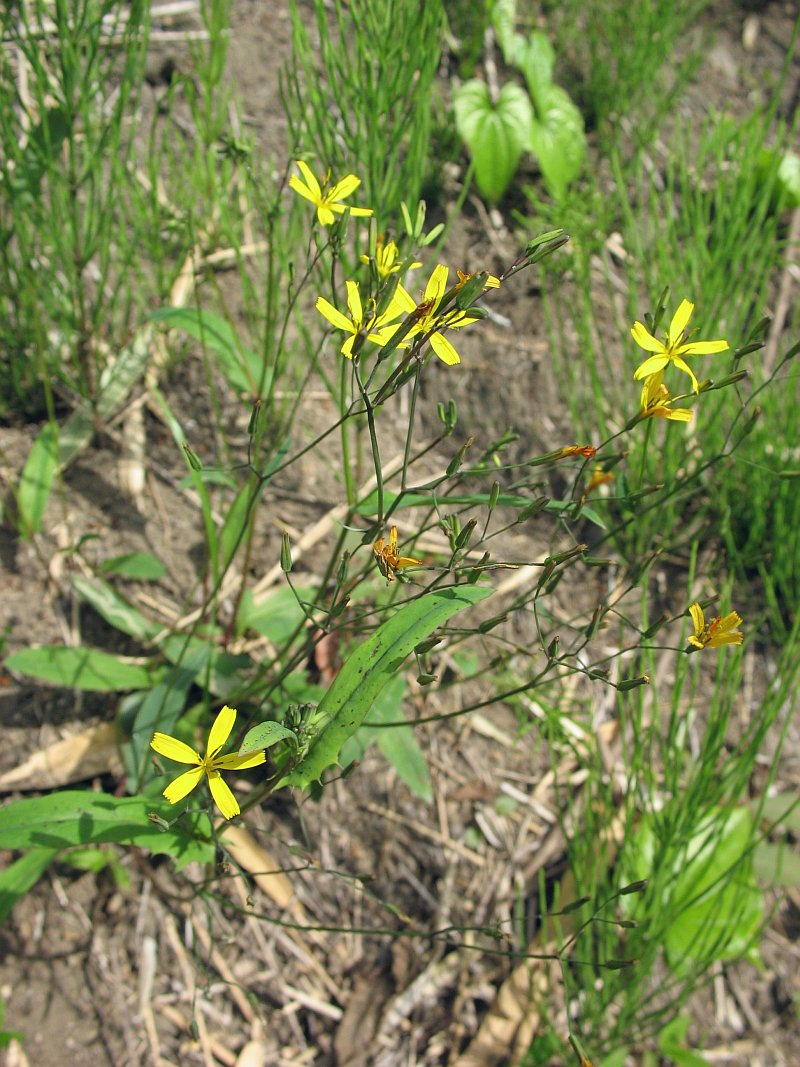
Ixeridium dentatum (junge Pflänzchen und Wurzeln)
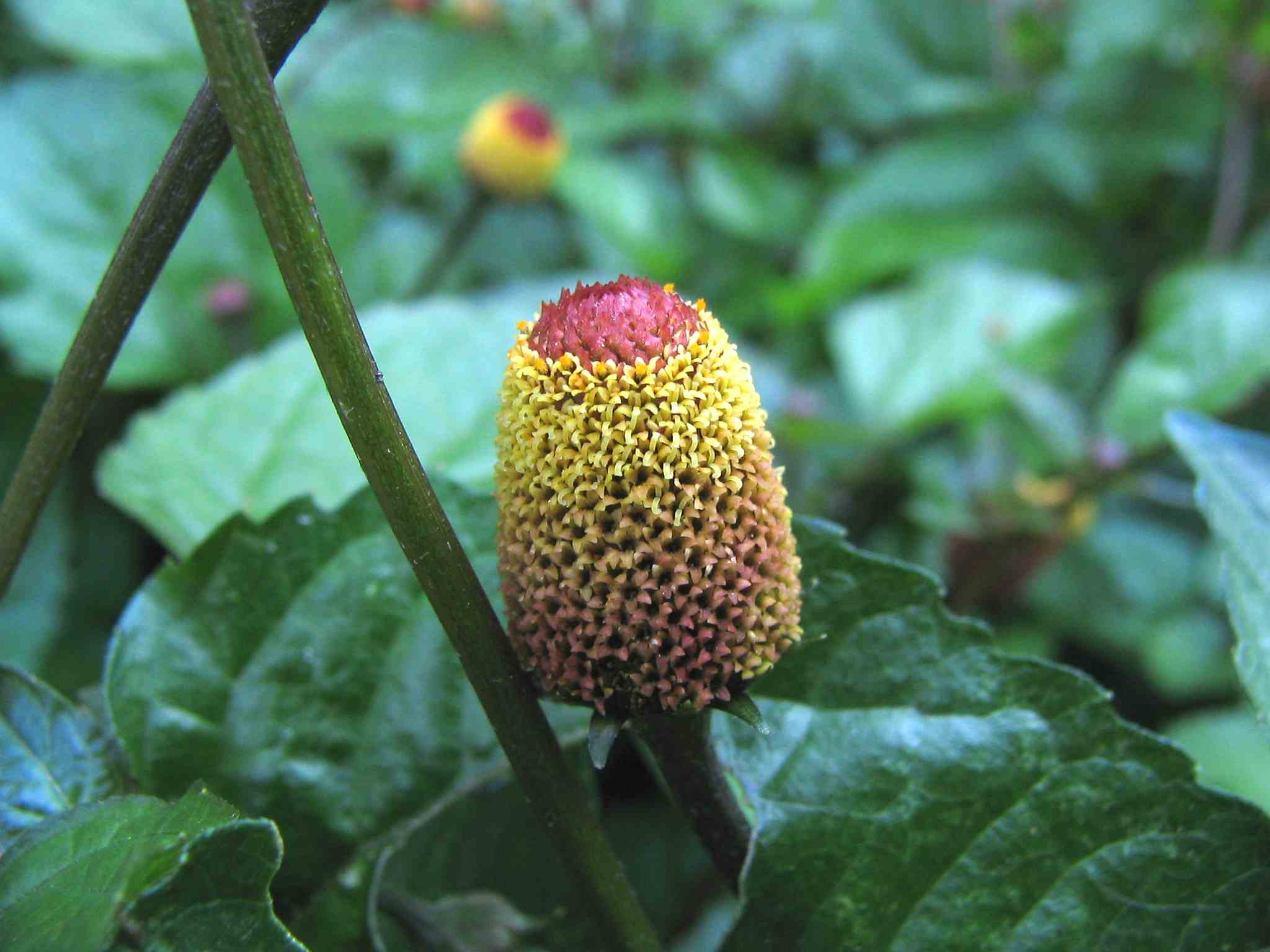
Jambú (auch Acmella paniculata, Acmella uliginosa)
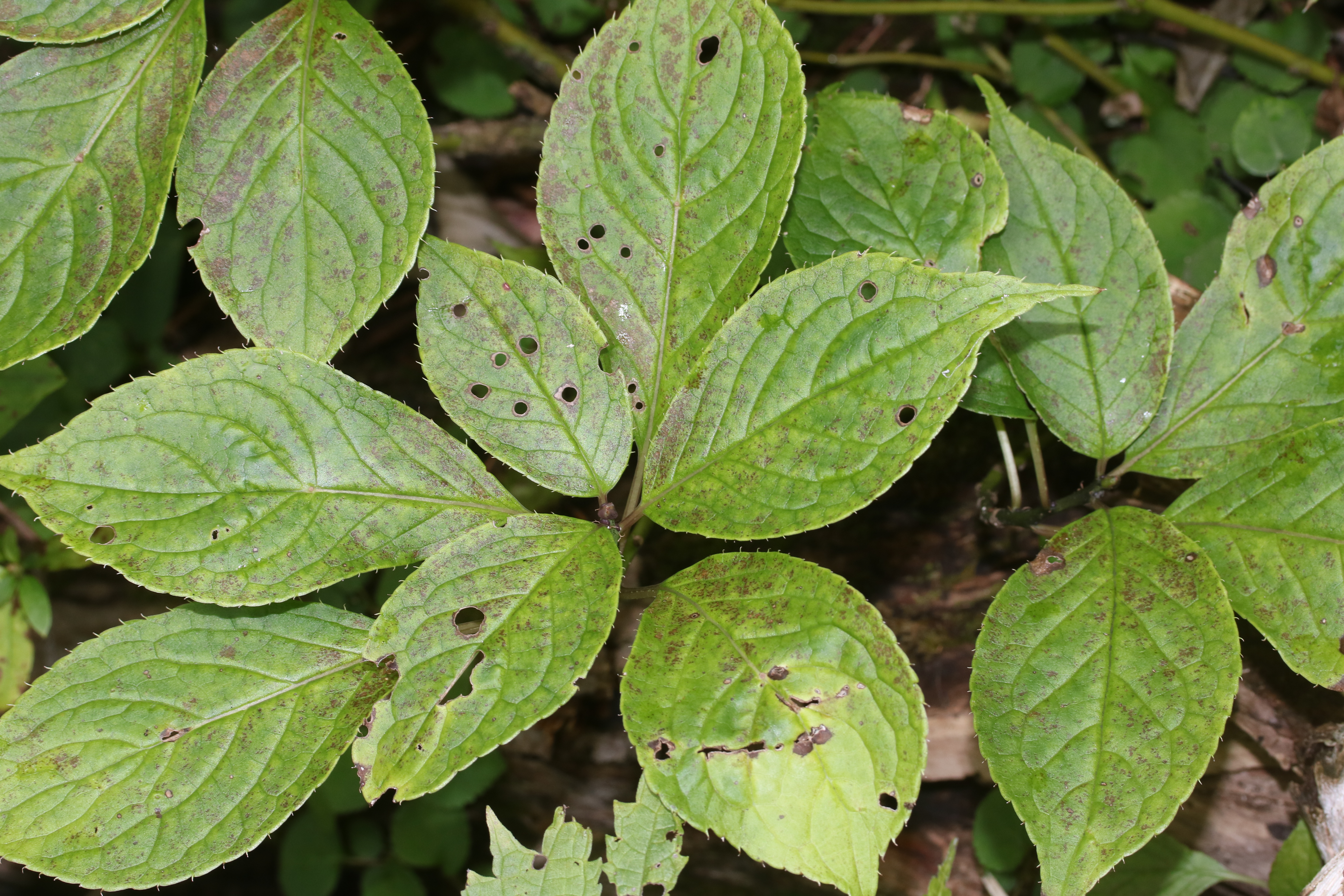
Japanische Helwingie (junge Blätter)
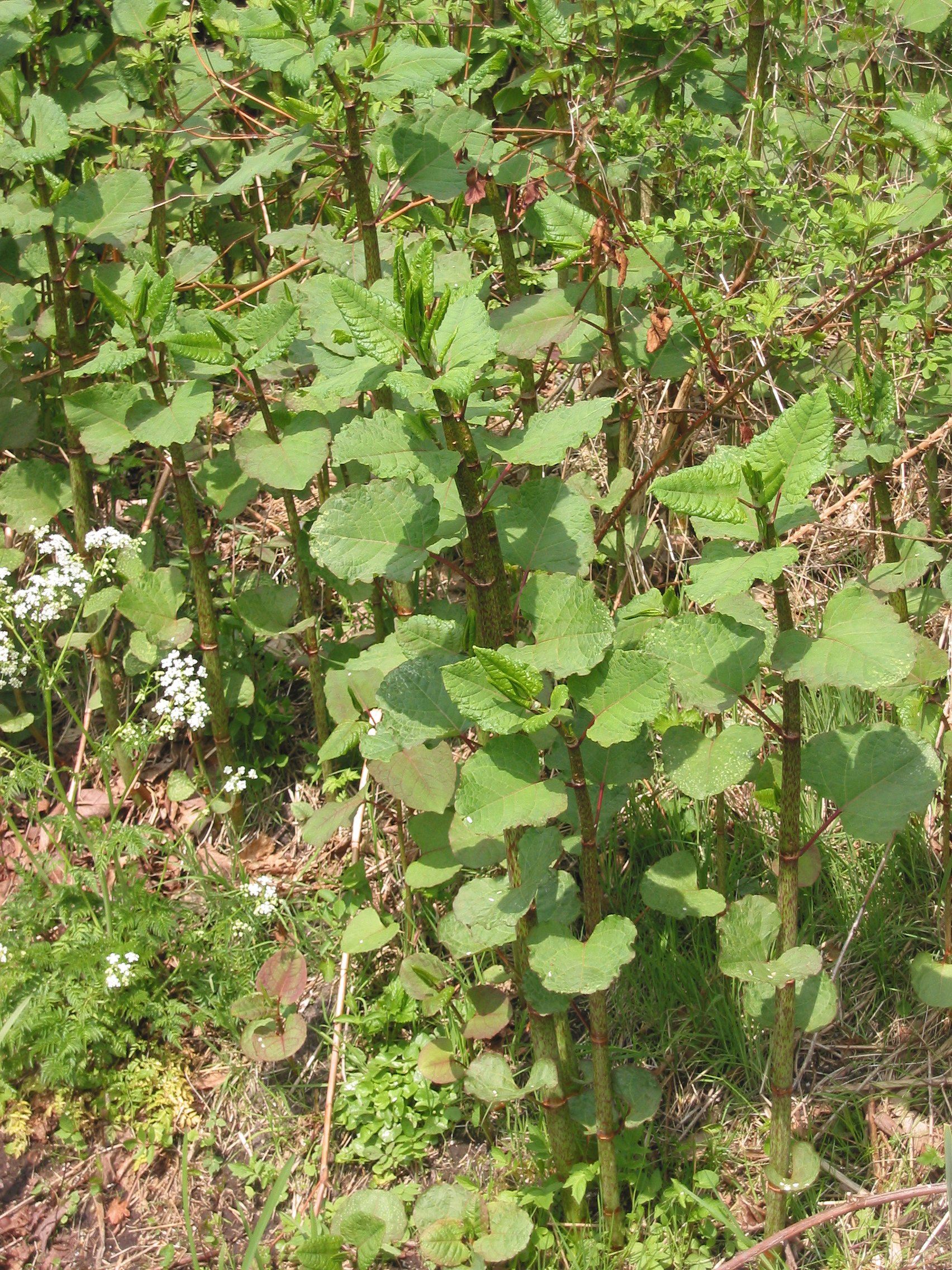
Japanischer Staudenknöterich (ähnlich ist Sachalin-Staudenknöterich) (junge Sprossen)
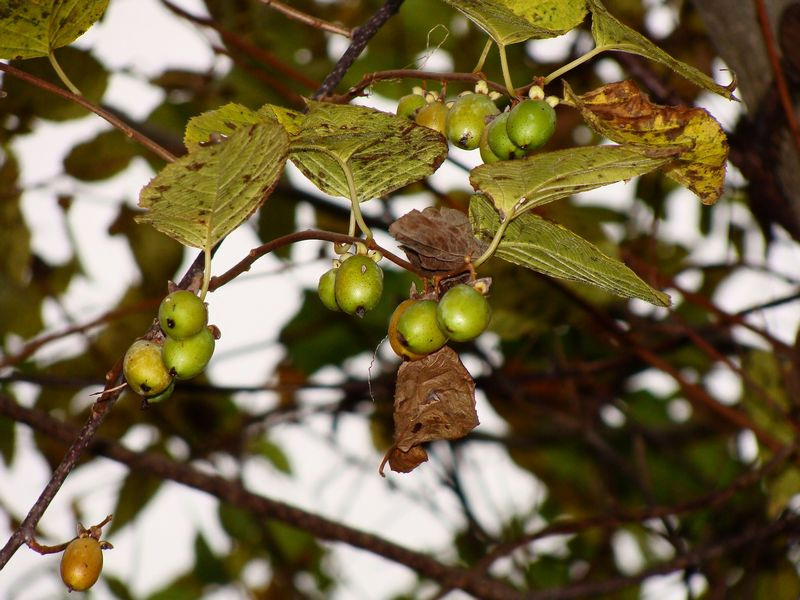
Japanischer Strahlengriffel (Früchte und Blätter)
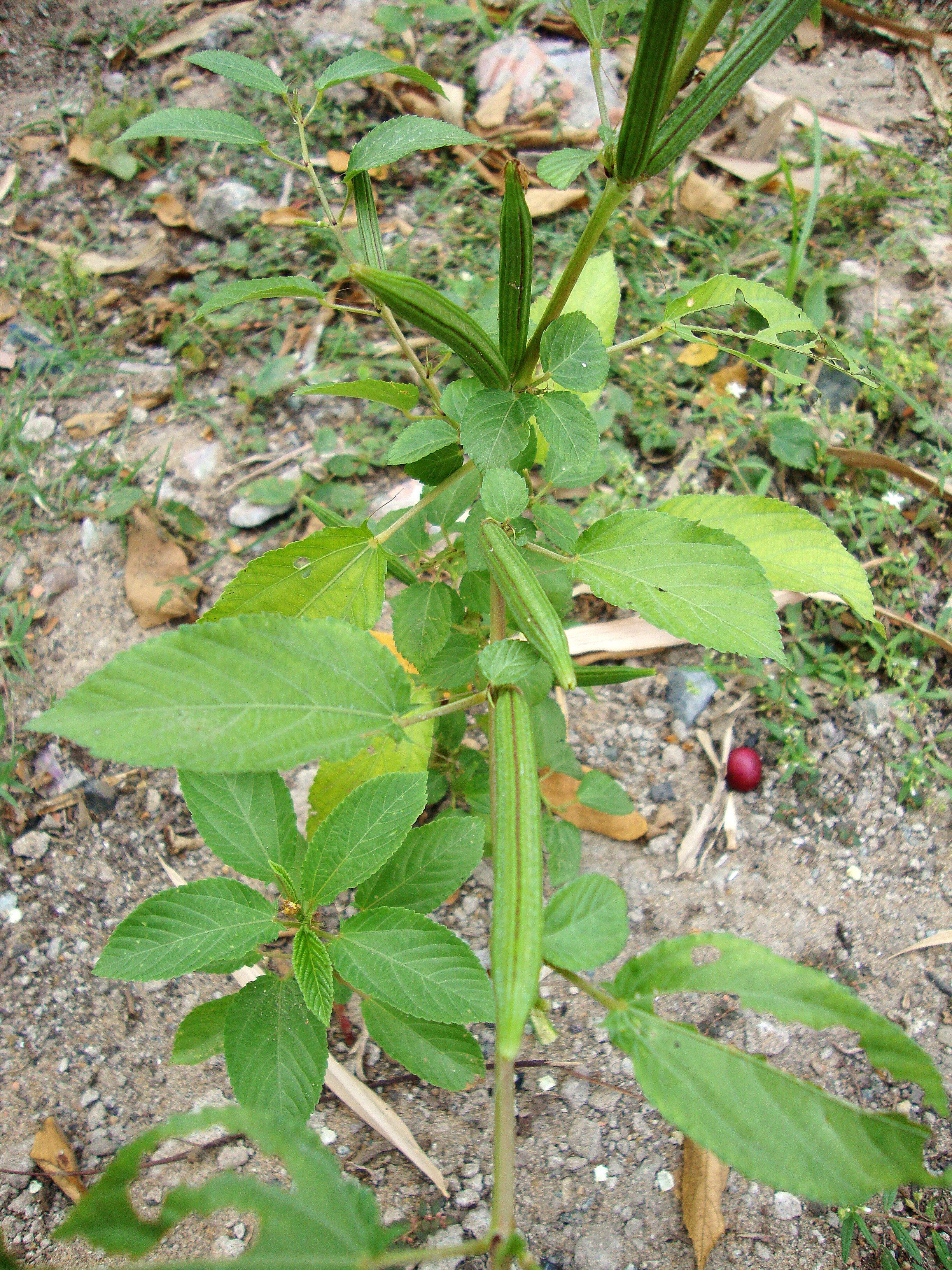
Juteblätter (Langkapselige Jute, Rundkapselige Jute)
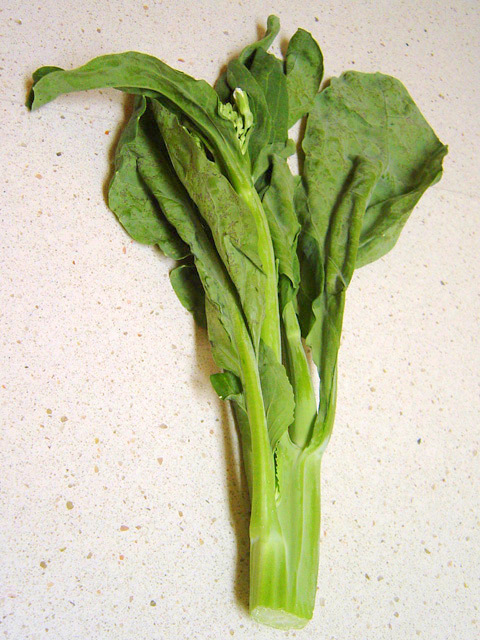
Kai-lan
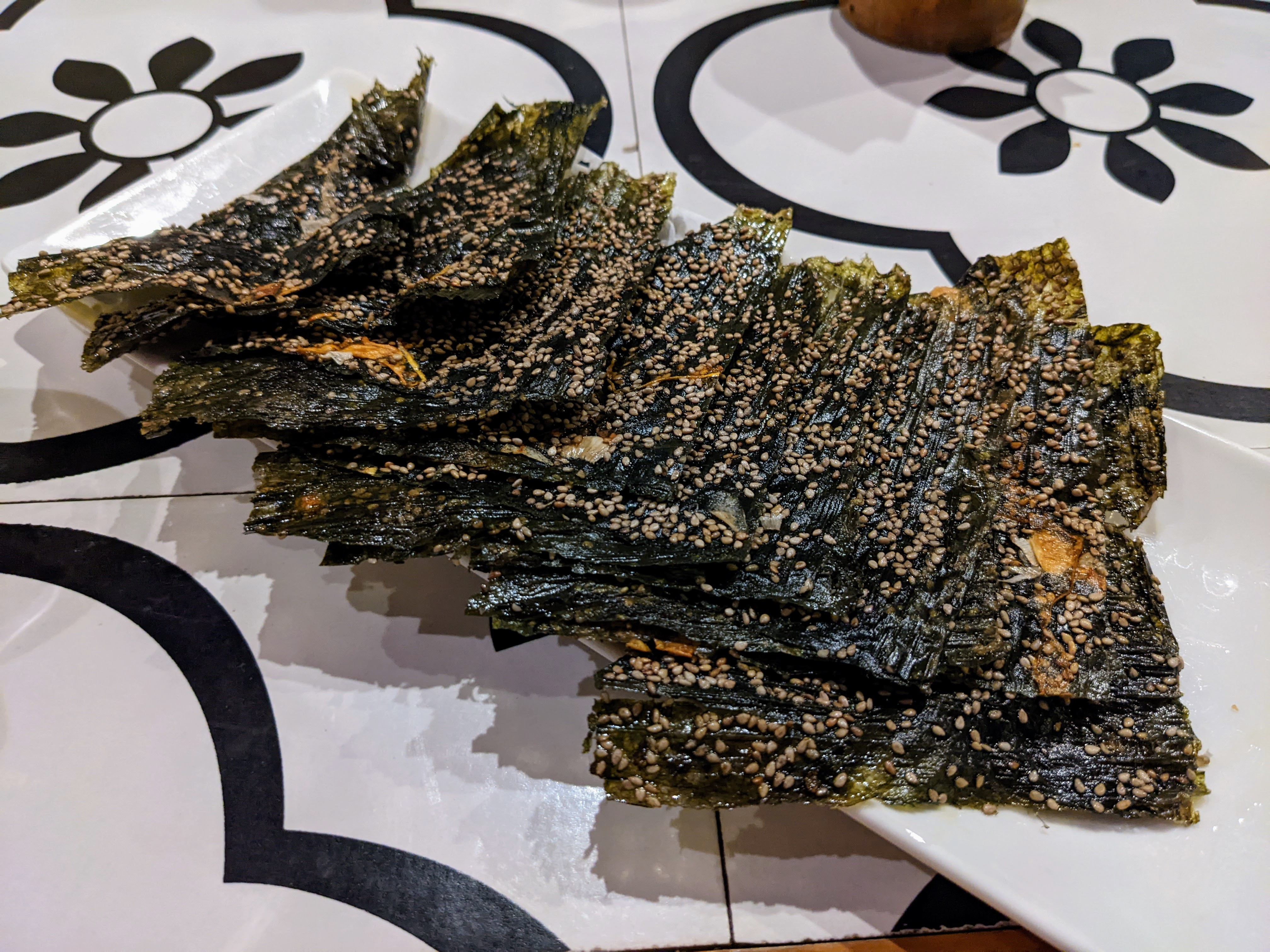
Kaipen (Süßwasseralgen) (Cladophora spp., Dichotomosiphon tuberosus)
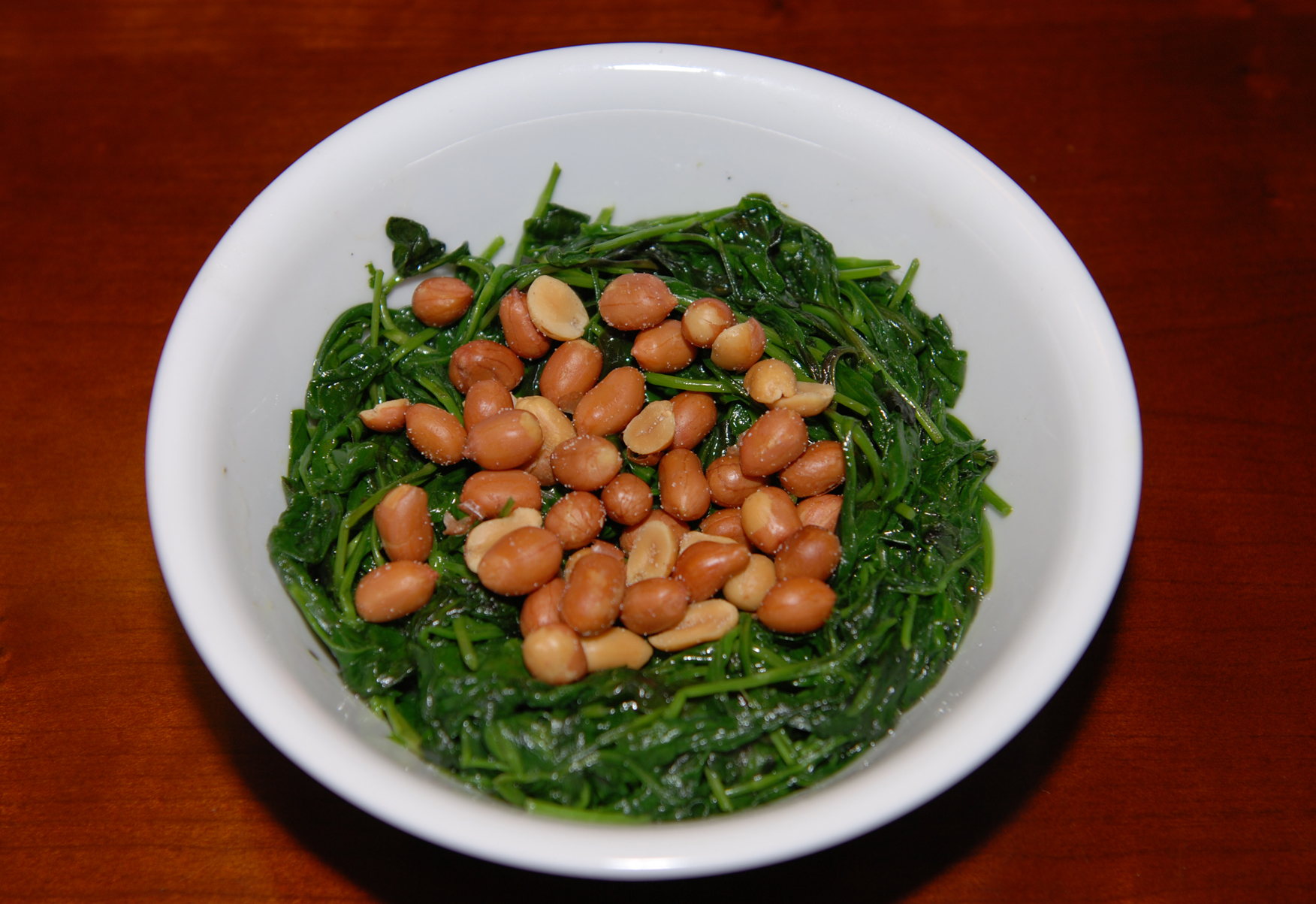
Kalimeris indica
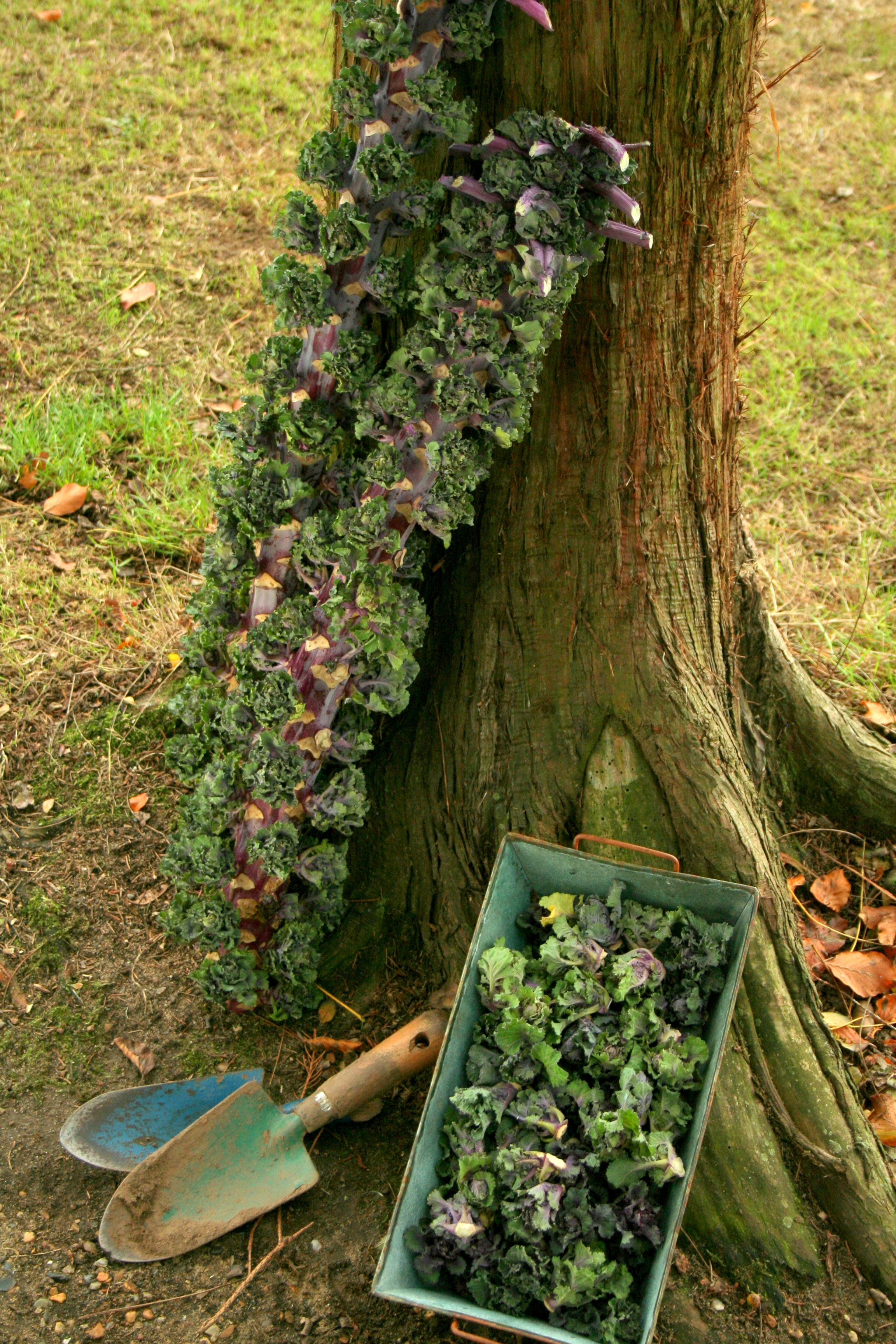
Kalettes® (Rosenkohl × Grünkohl)
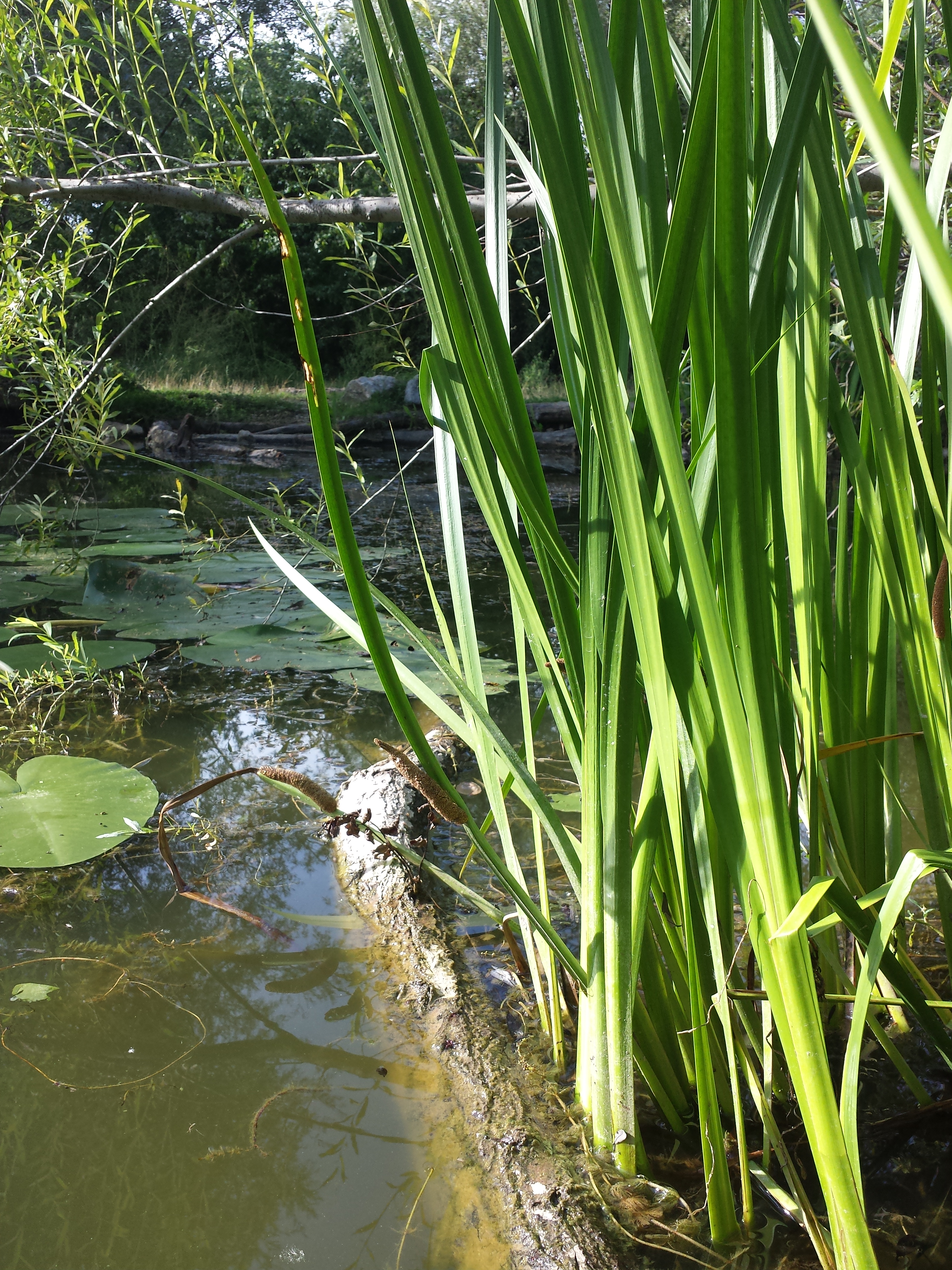
Kalmus (Wurzeln und junge Blätter) (auch roh junge Stängel und Blütenstände) (siehe auch Gewürz)
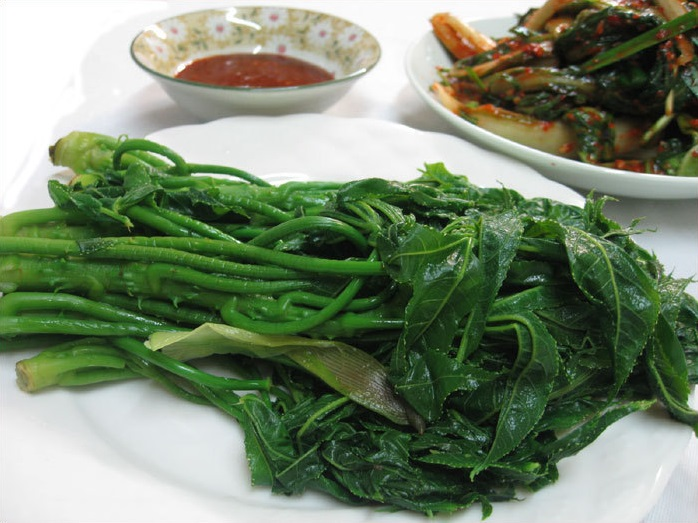
Kalopanax septemlobus (Eom-namusun, Dureup) (ähnlich sind Aralia continentalis, Aralia elata) (auch Aralia cordata, Udo) (junge Blätter, Wurzeln und Sprossen)
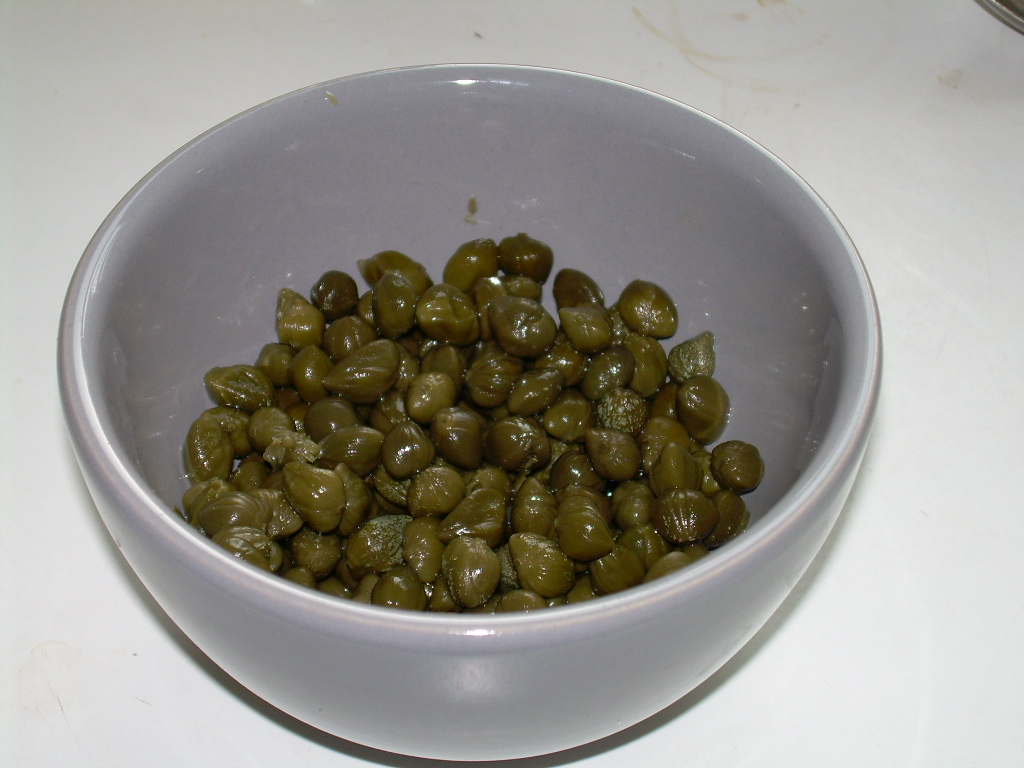
Kapern (auch Blätter und junge Früchte werden verwendet)
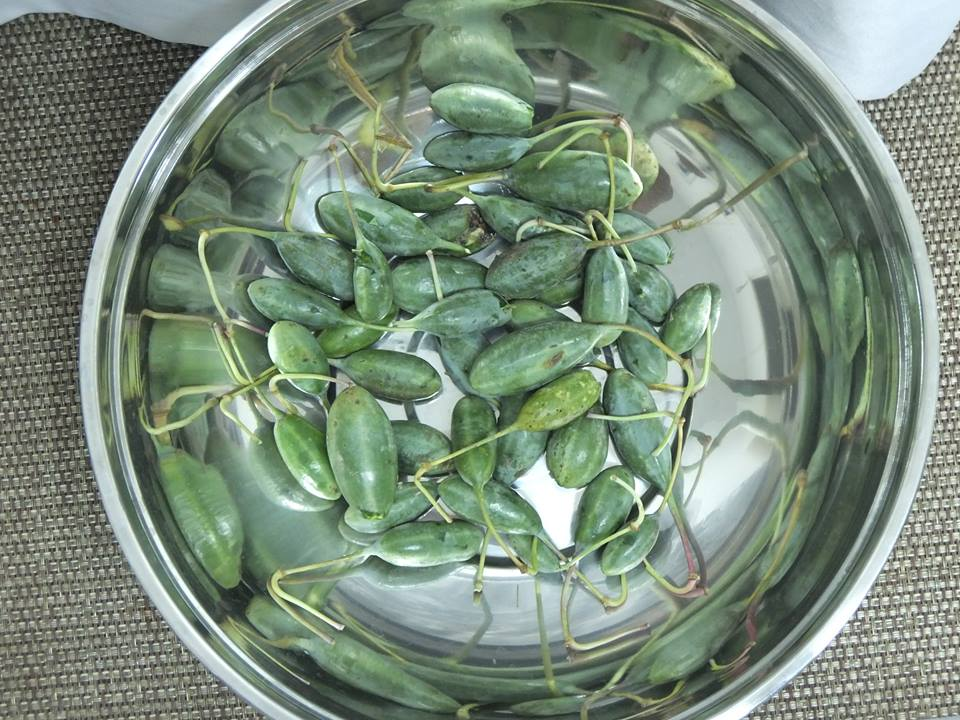
Kapernäpfel, -beeren (Riesenkapern) (ganz junge Früchte)
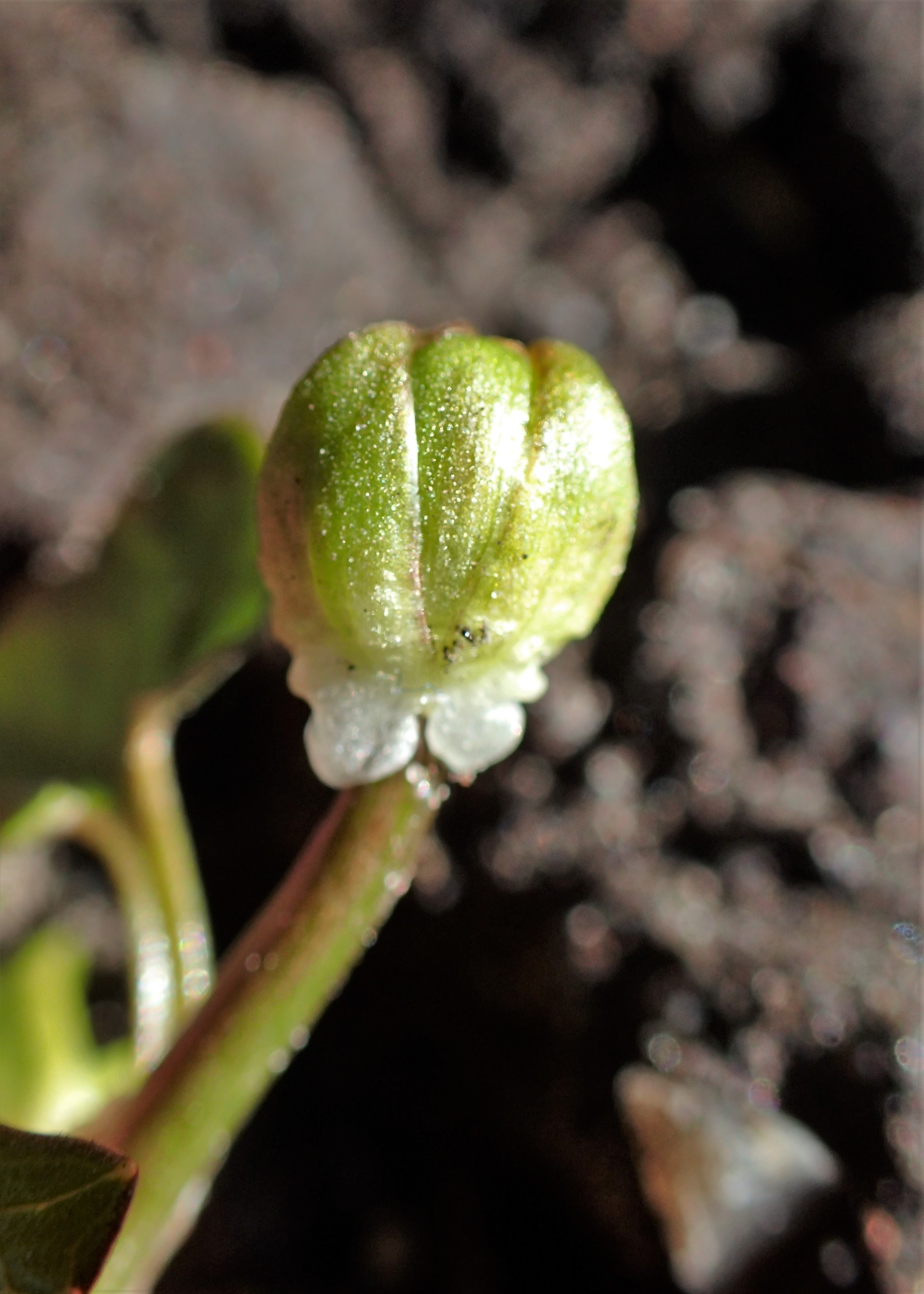
„Deutsche Kapern“ (eingelegte Blütenknospen) (Sumpfdotterblume, Kapuzinerkresse, Scharbockskraut, Gänseblümchen, Löwenzahn, Bärlauch, Besenginster) (in Georgien auch Kolchische Pimpernuss, Gemeine Pimpernuss, auch vom Koriander) oder Bohnenähnliches Jochblatt
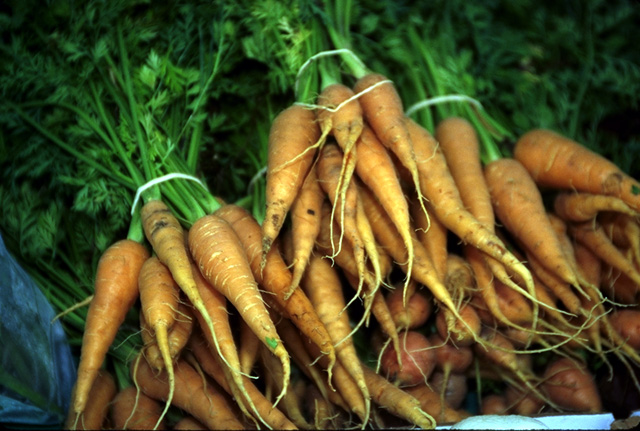
Karotte (auch das Kraut kann verwendet werden; Bundkarotten) (violette Karotten sind Morá und Beta Sweet, es gibt auch weiße Karotten)
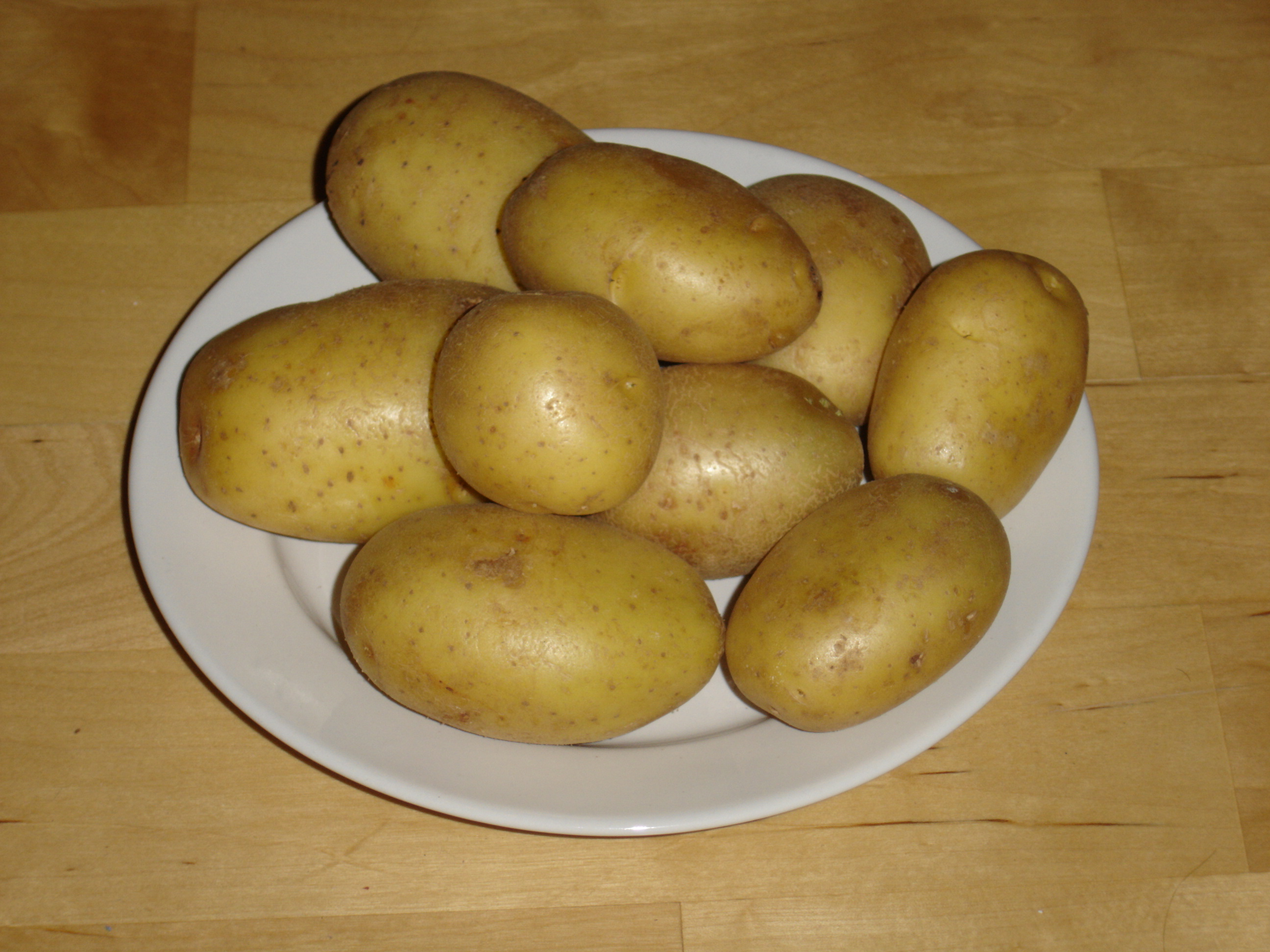
Kartoffel (Erdäpfel)
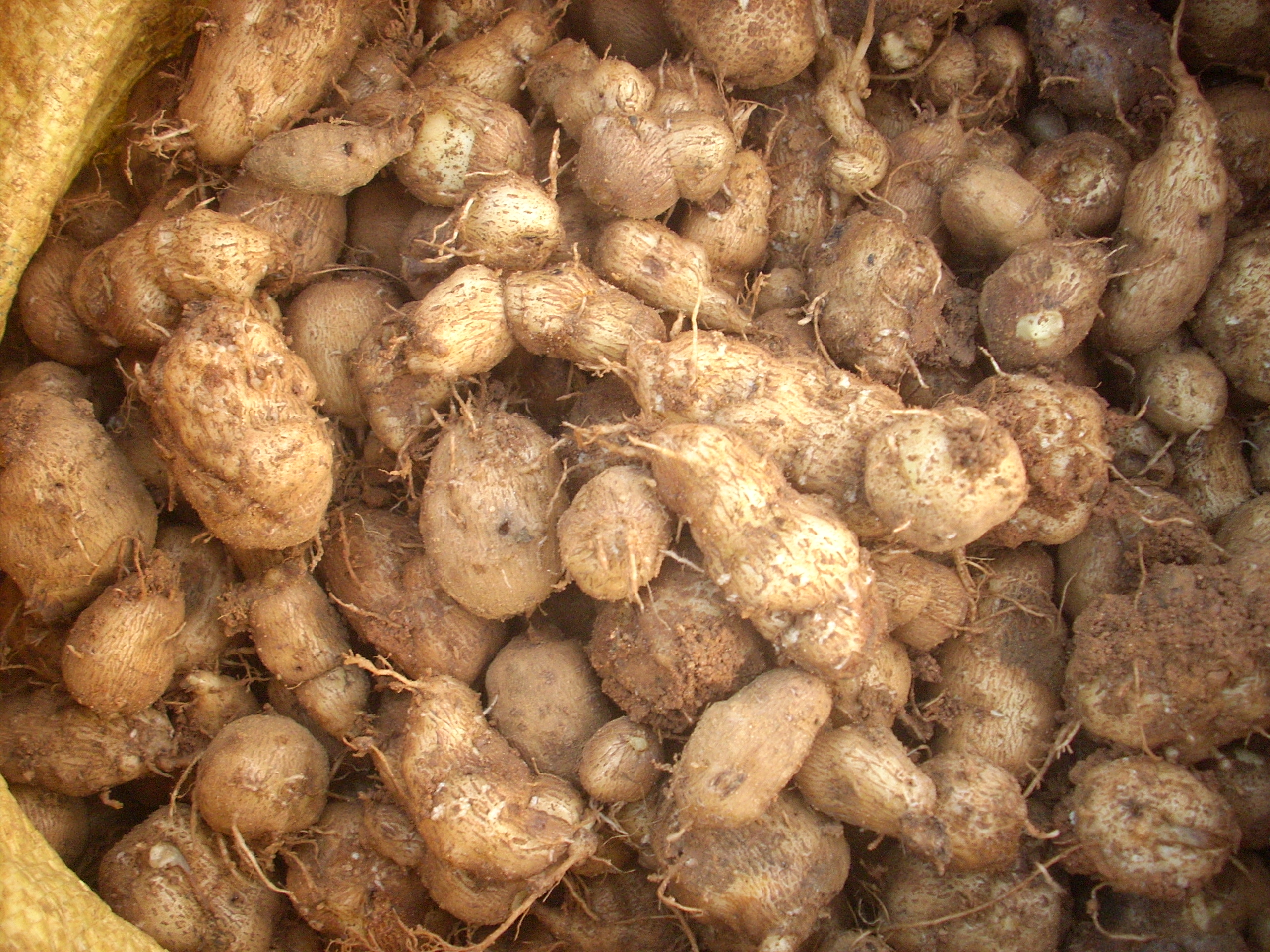
Kartoffelminze, Chinesische Kartoffel, Hausa oder Kaffir Kartoffel (Plectranthus esculentus, Plectranthus edulis, Plectranthus rotundifolius)
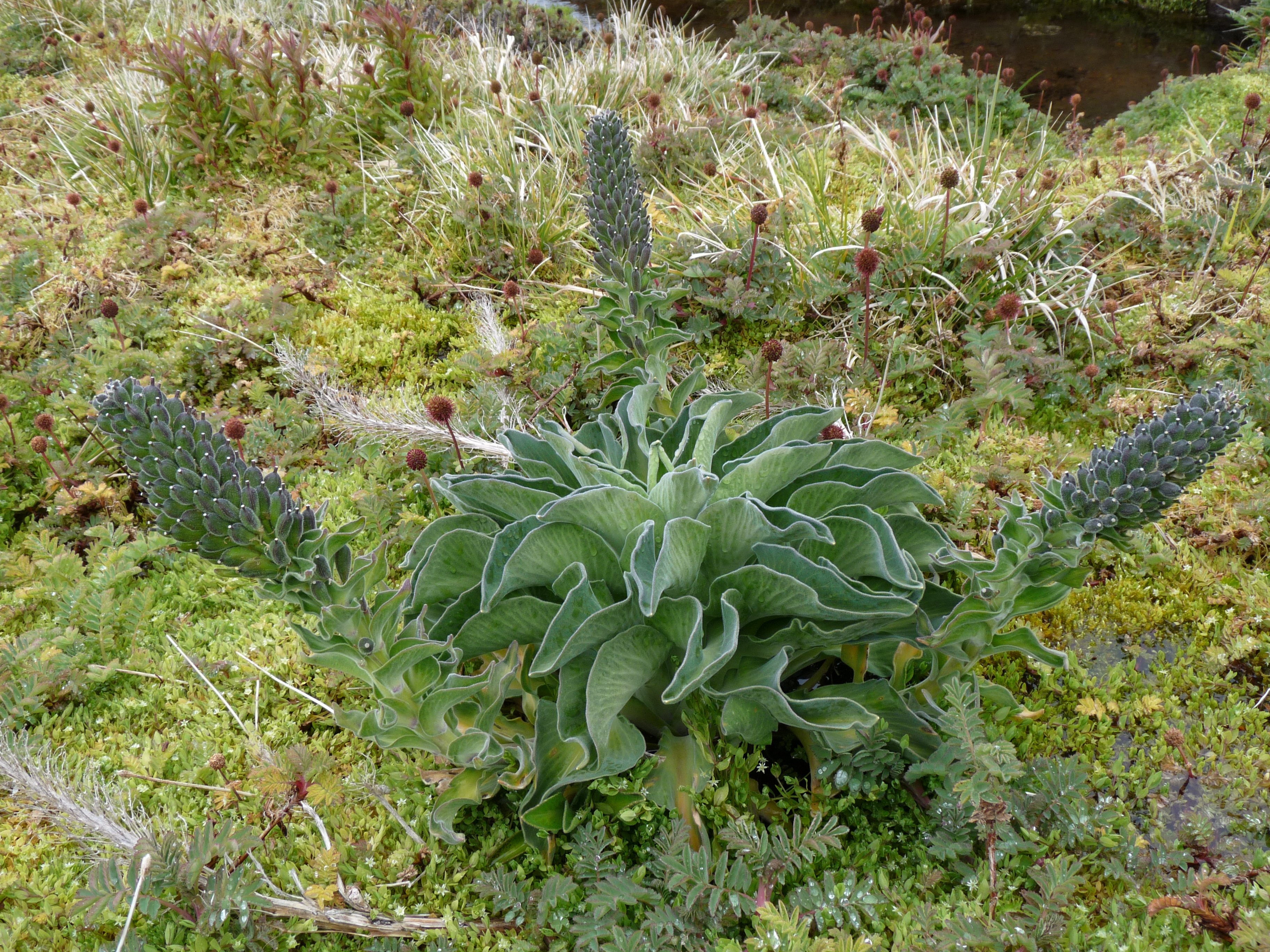
Kerguelenkohl
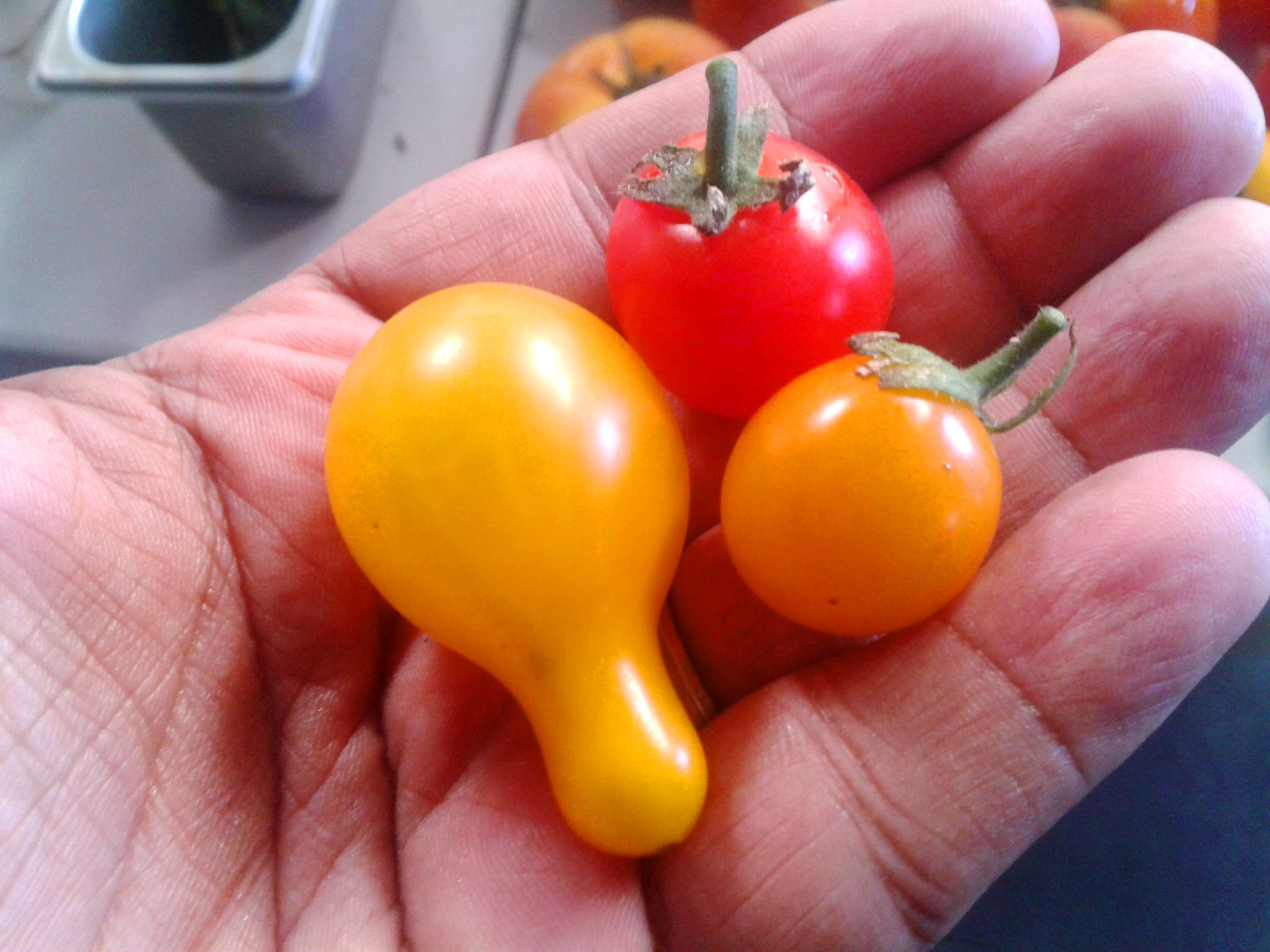
Kirschtomaten
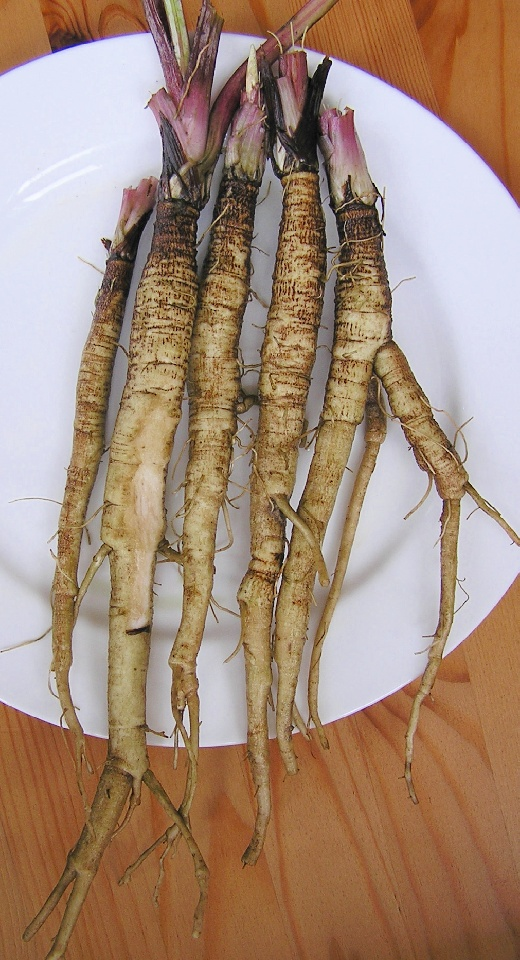
Klettenwurzel
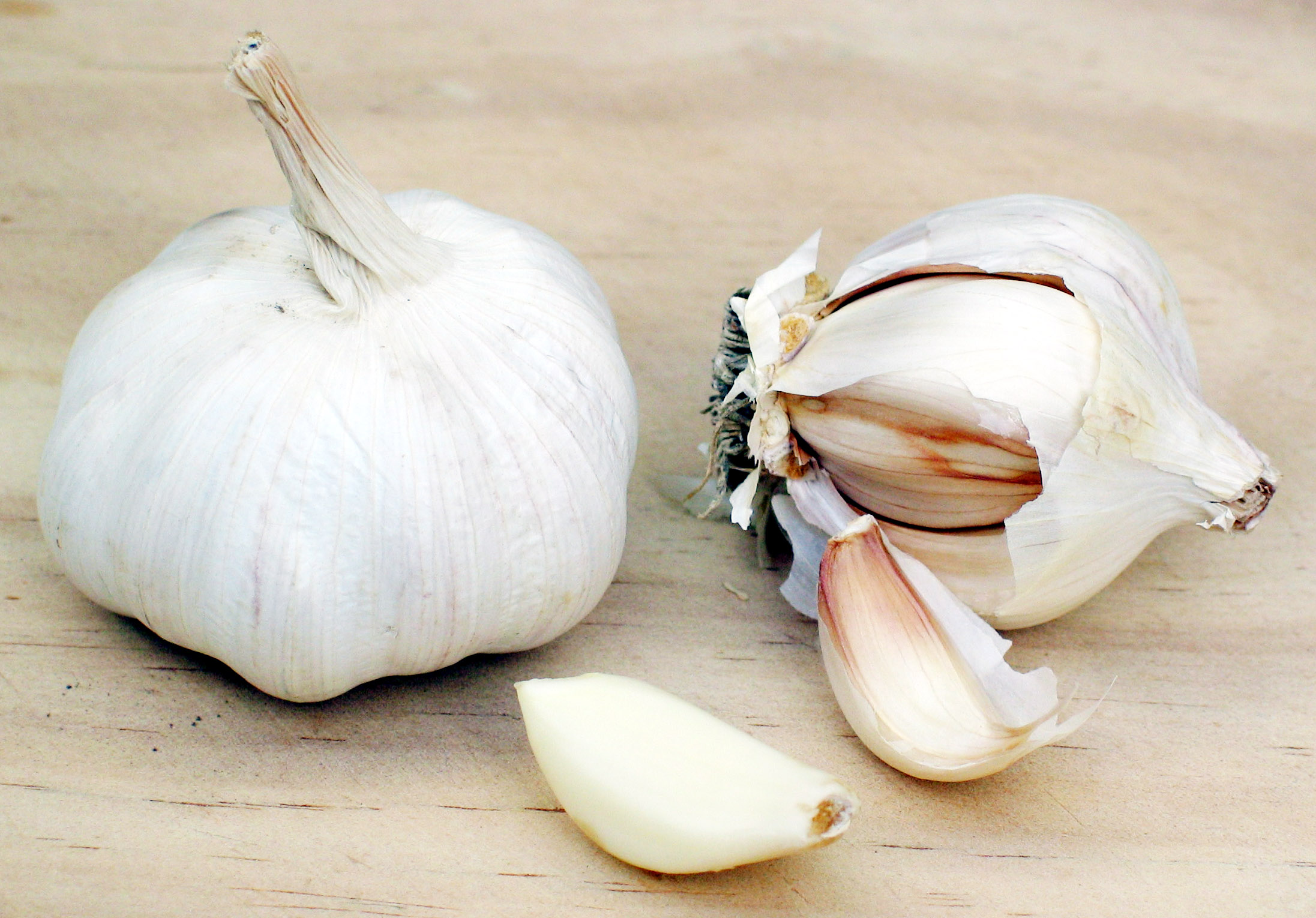
Knoblauch (auch die Stängel können verwendet werden)
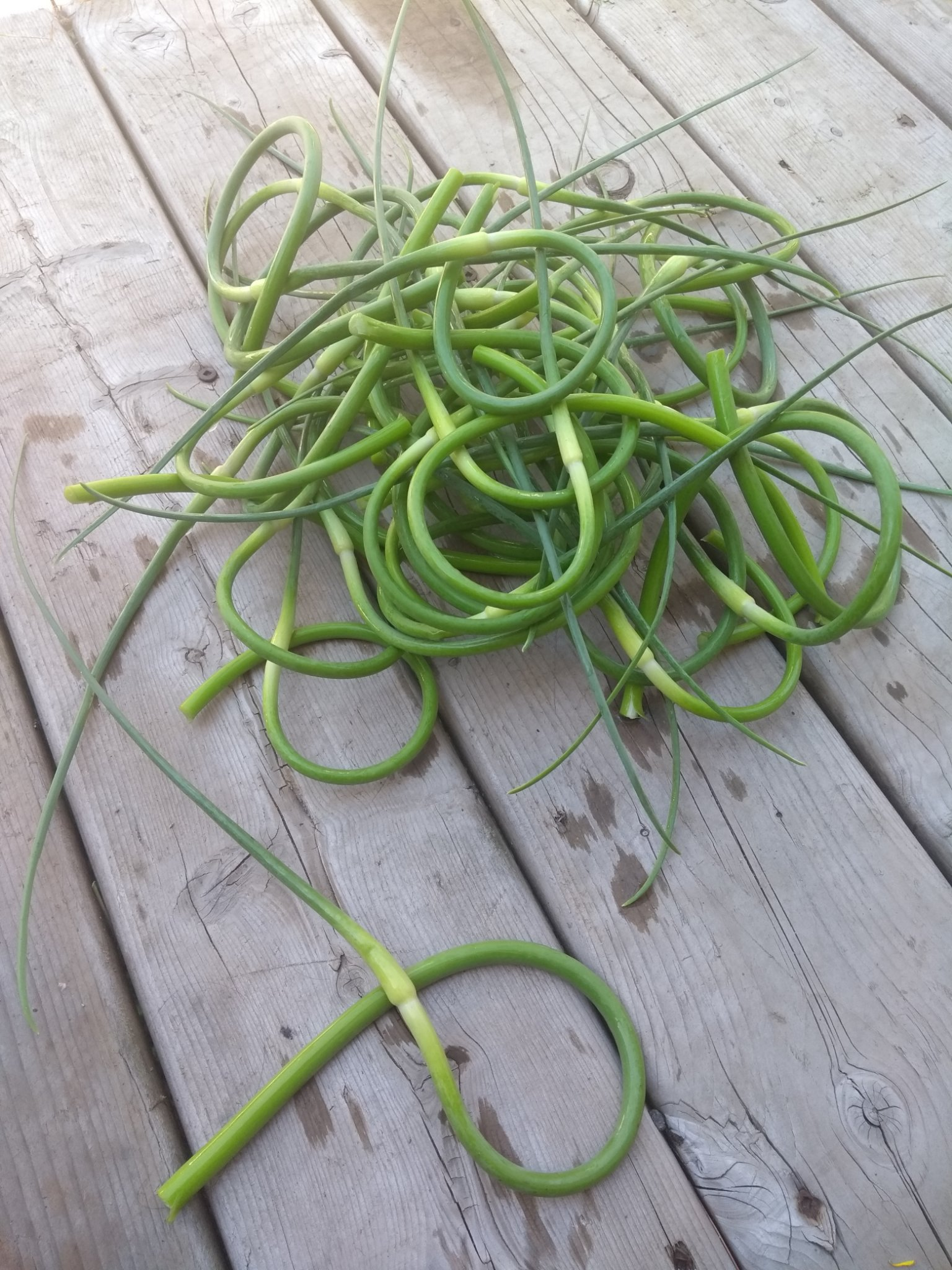
Knoblauchstängel (Garlic-Scapes)
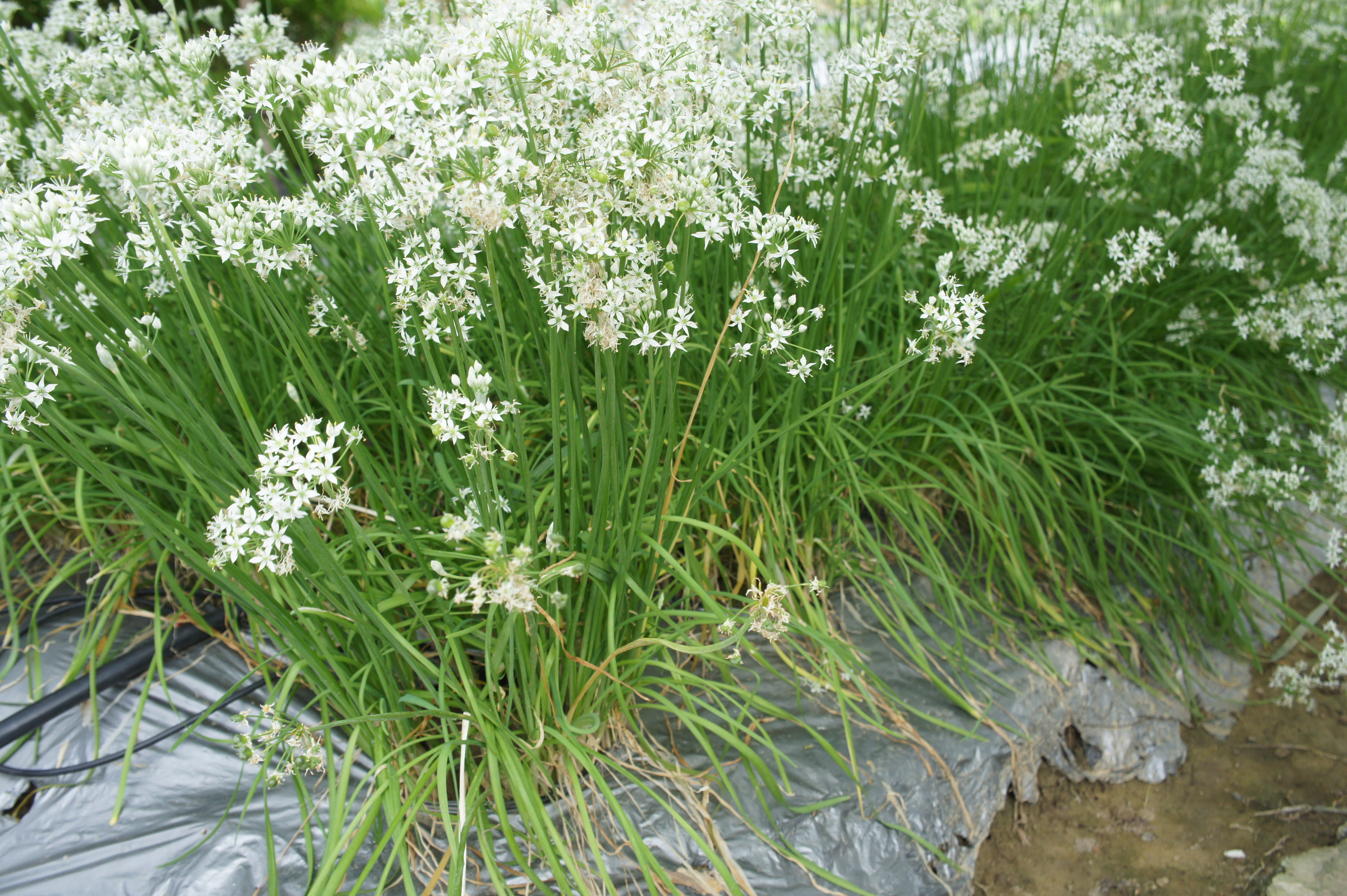
Knoblauch-Schnittlauch (auch Duft-Lauch)
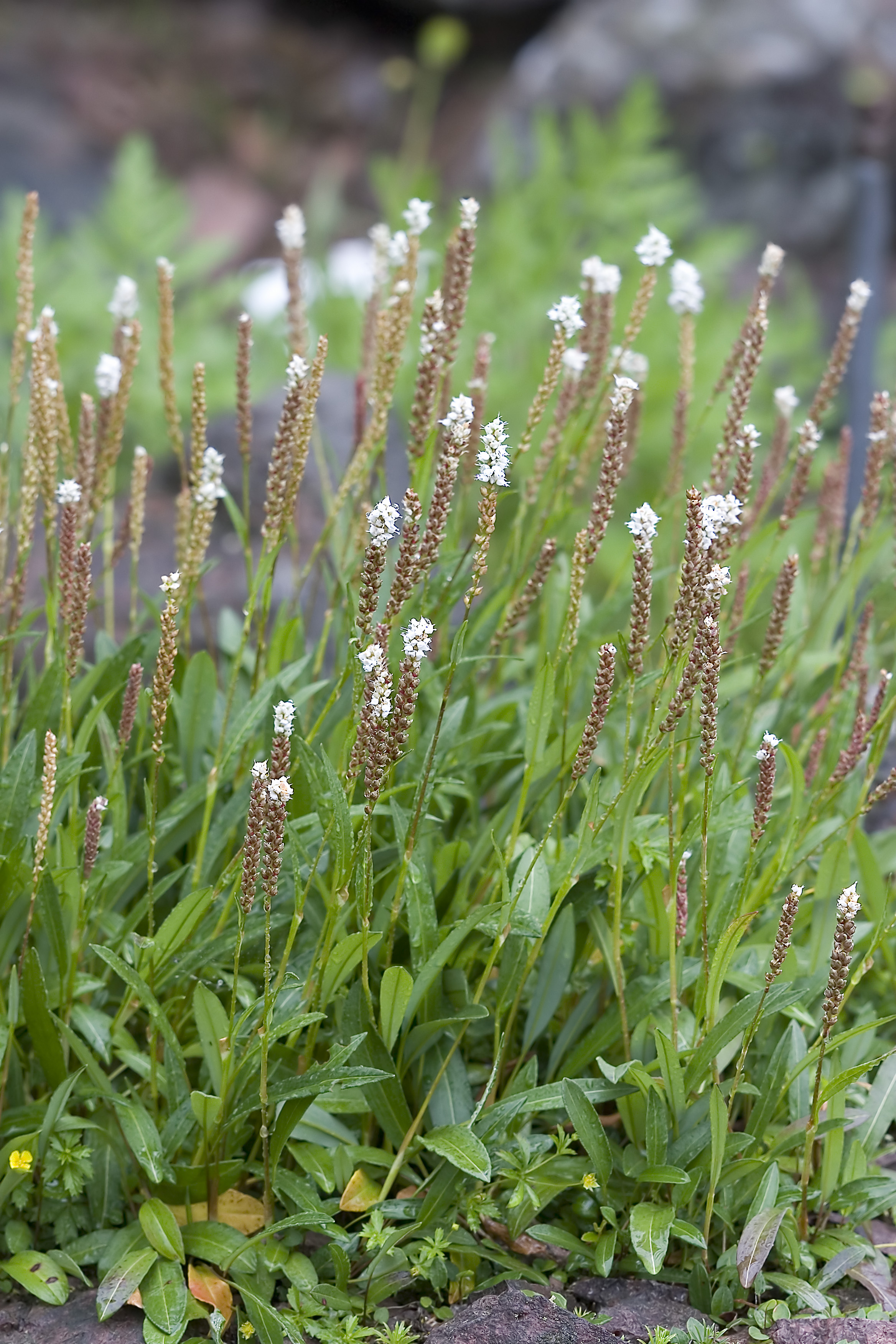
Knöllchen-Knöterich (Blätter und Brutzwiebeln sowie Wurzel, Samen)
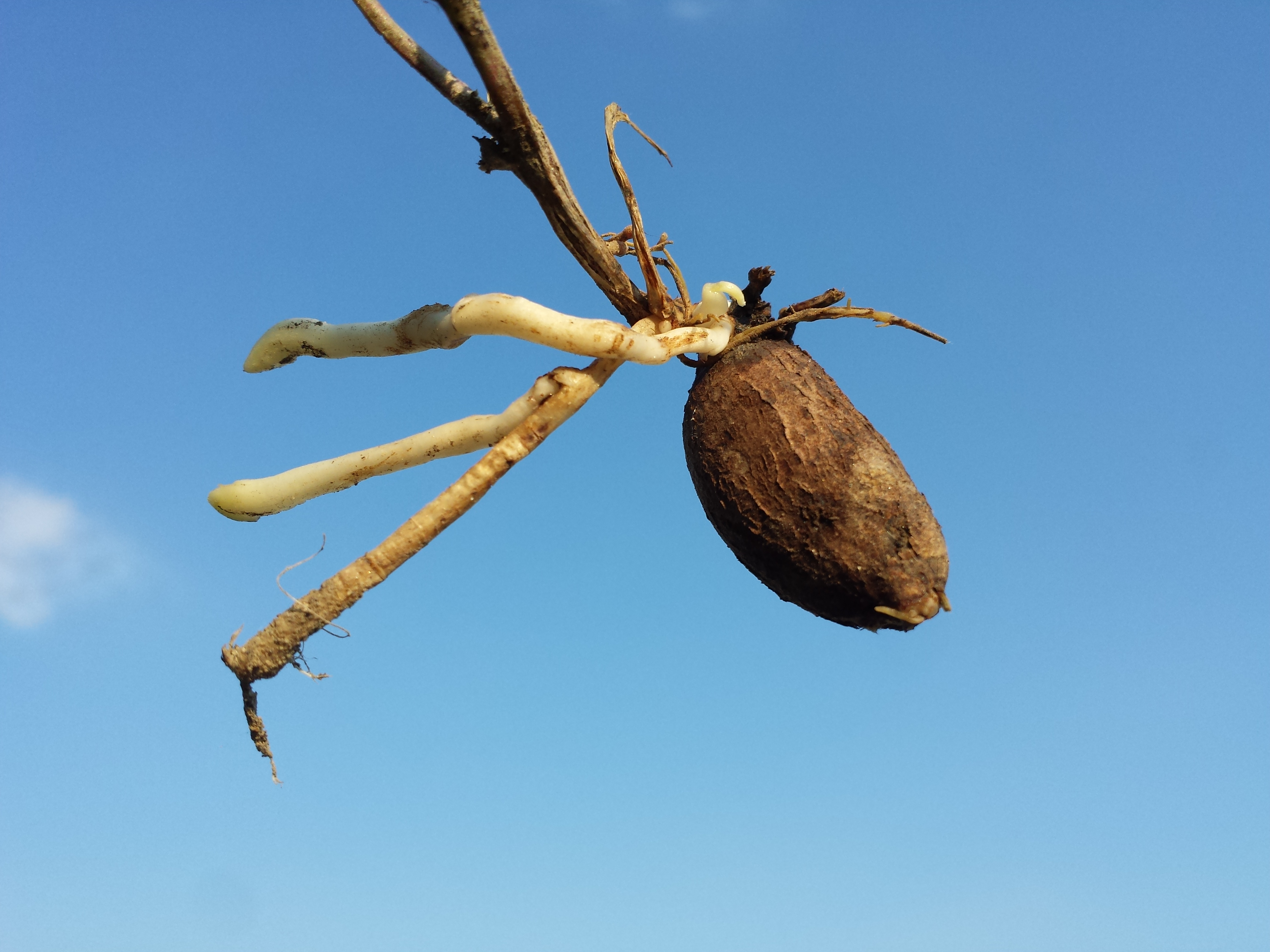
Knollen-Platterbse
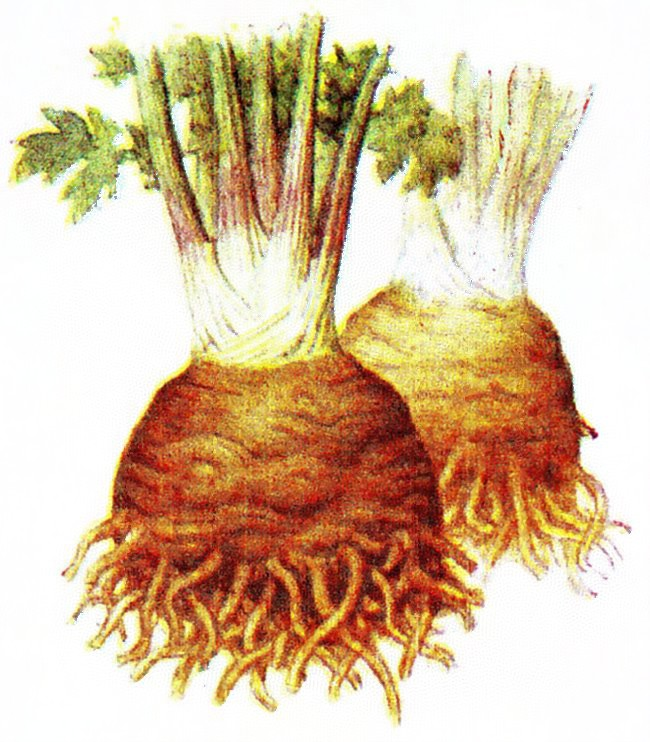
Knollensellerie (auch das Kraut kann verwendet werden)
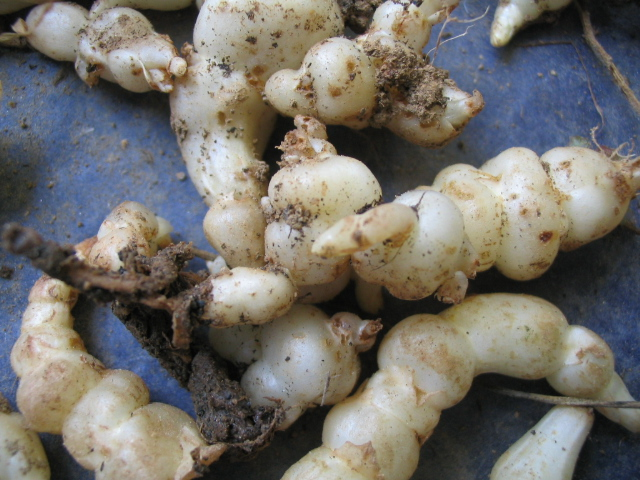
Knollen-Ziest
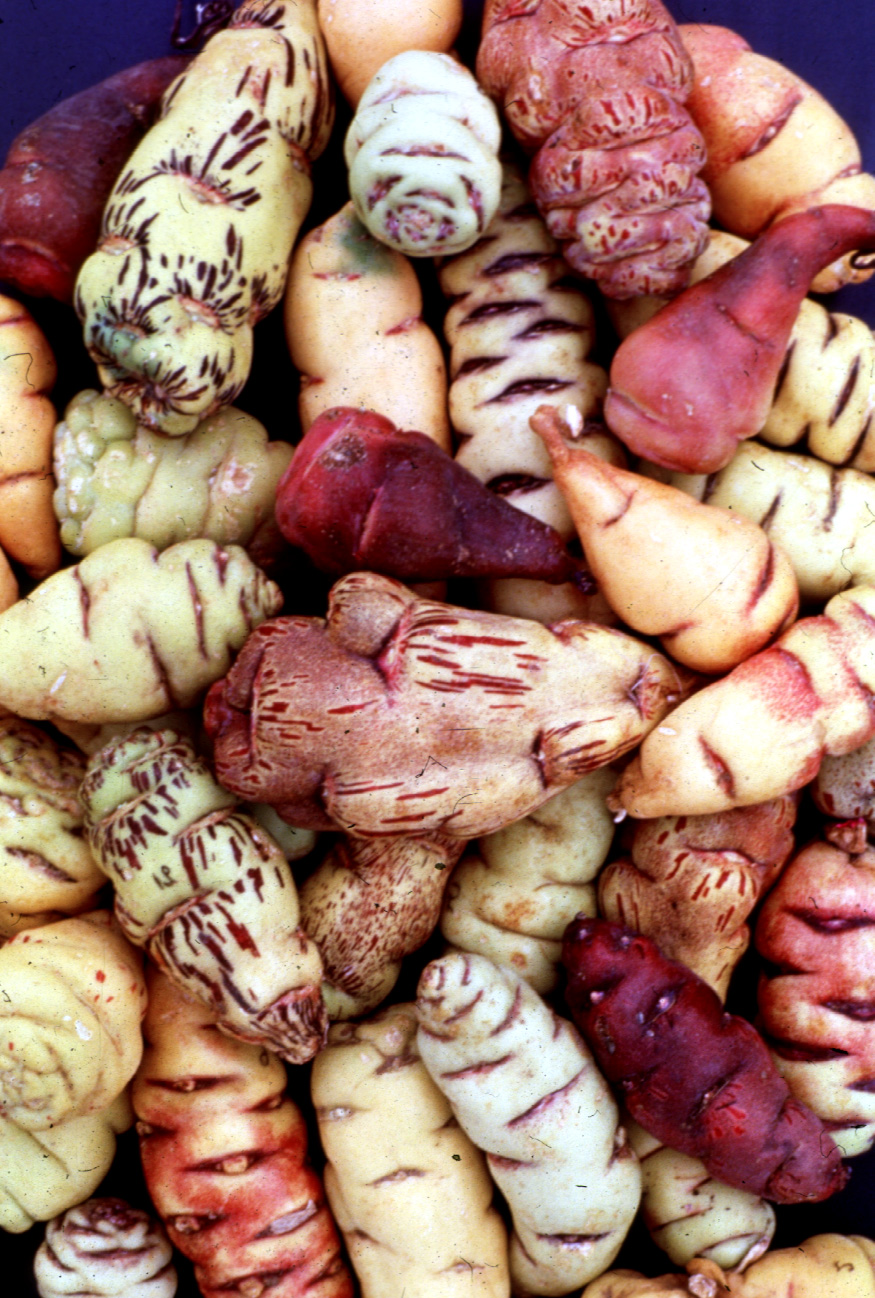
Knollige Kapuzinerkresse (Mashua)
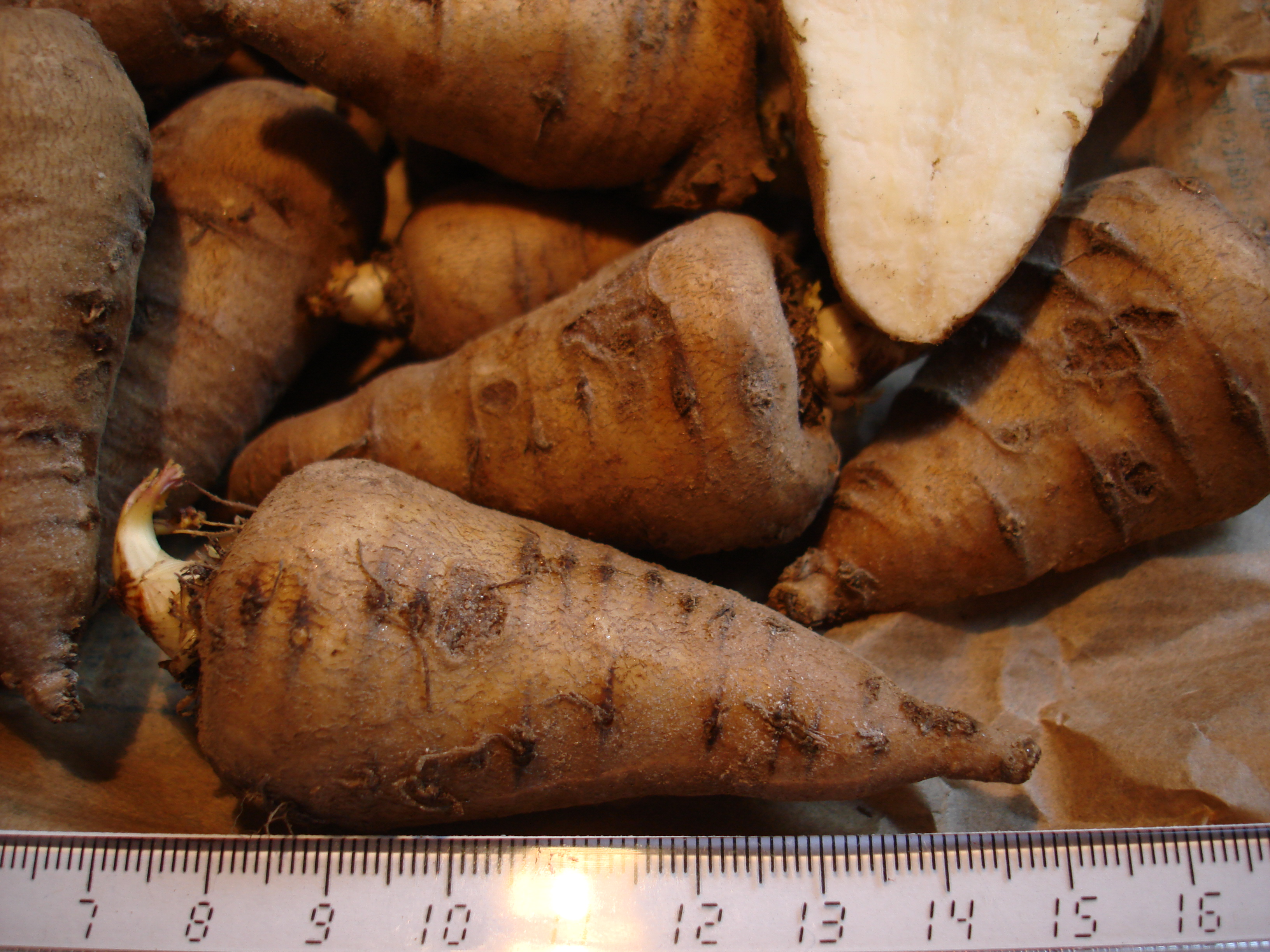
Knolliger Kälberkropf (Kerbelrübe, Kerbelwurzel)
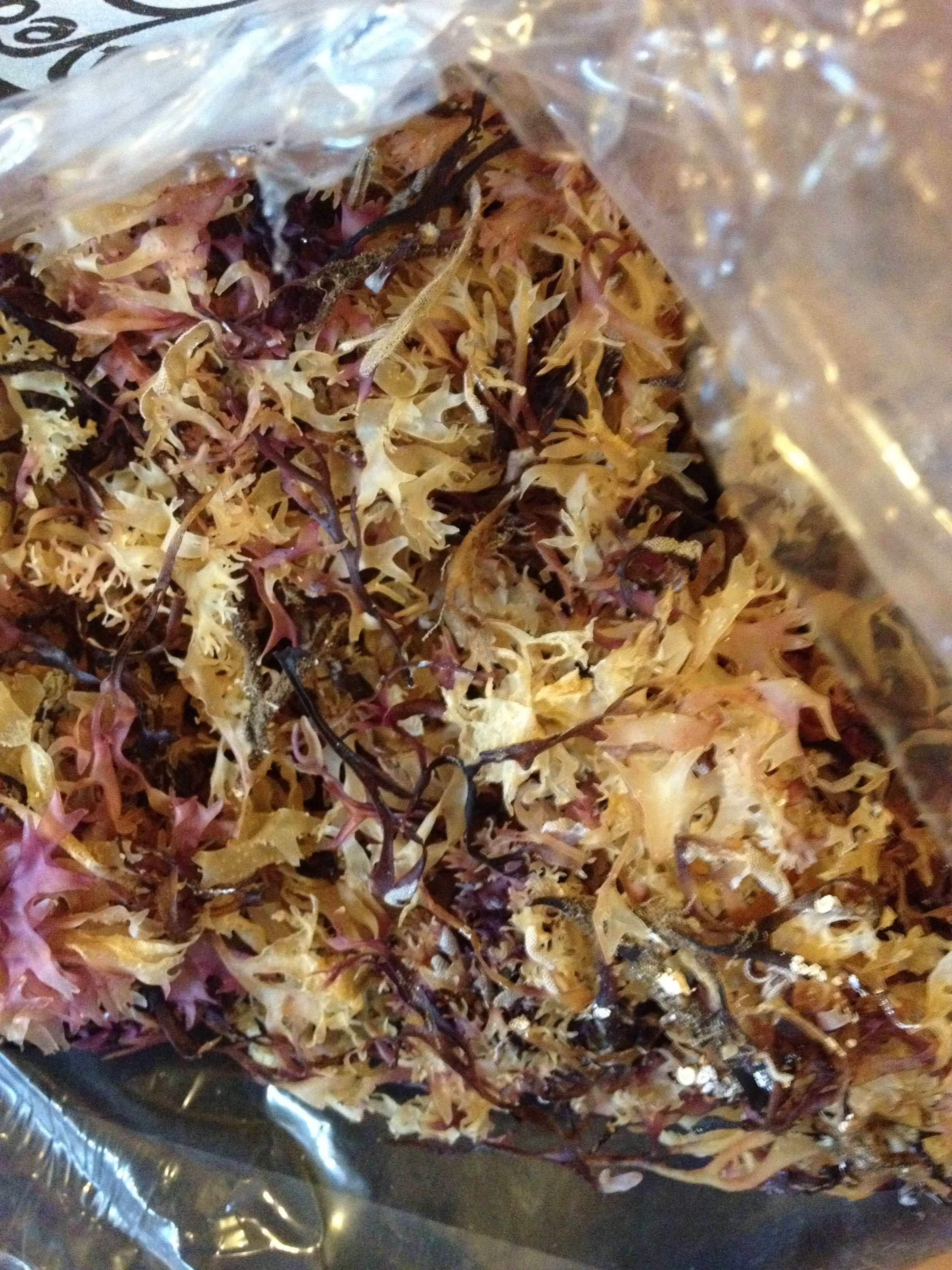
Knorpeltang
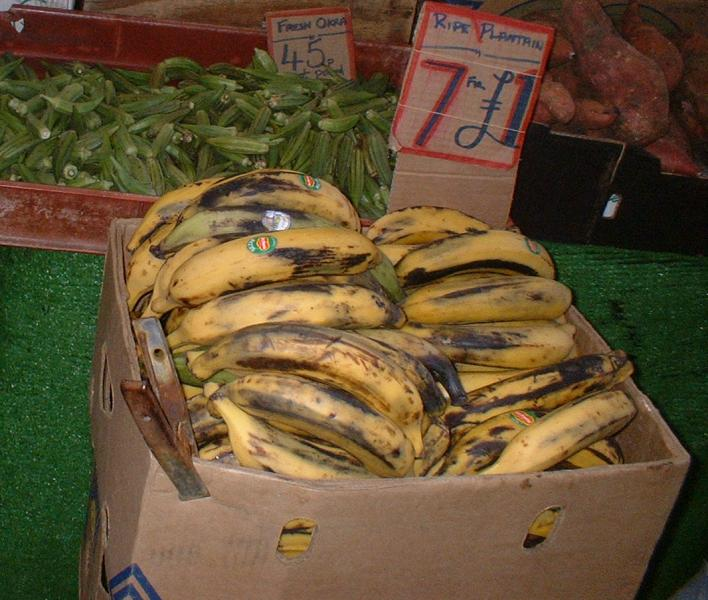
Kochbanane
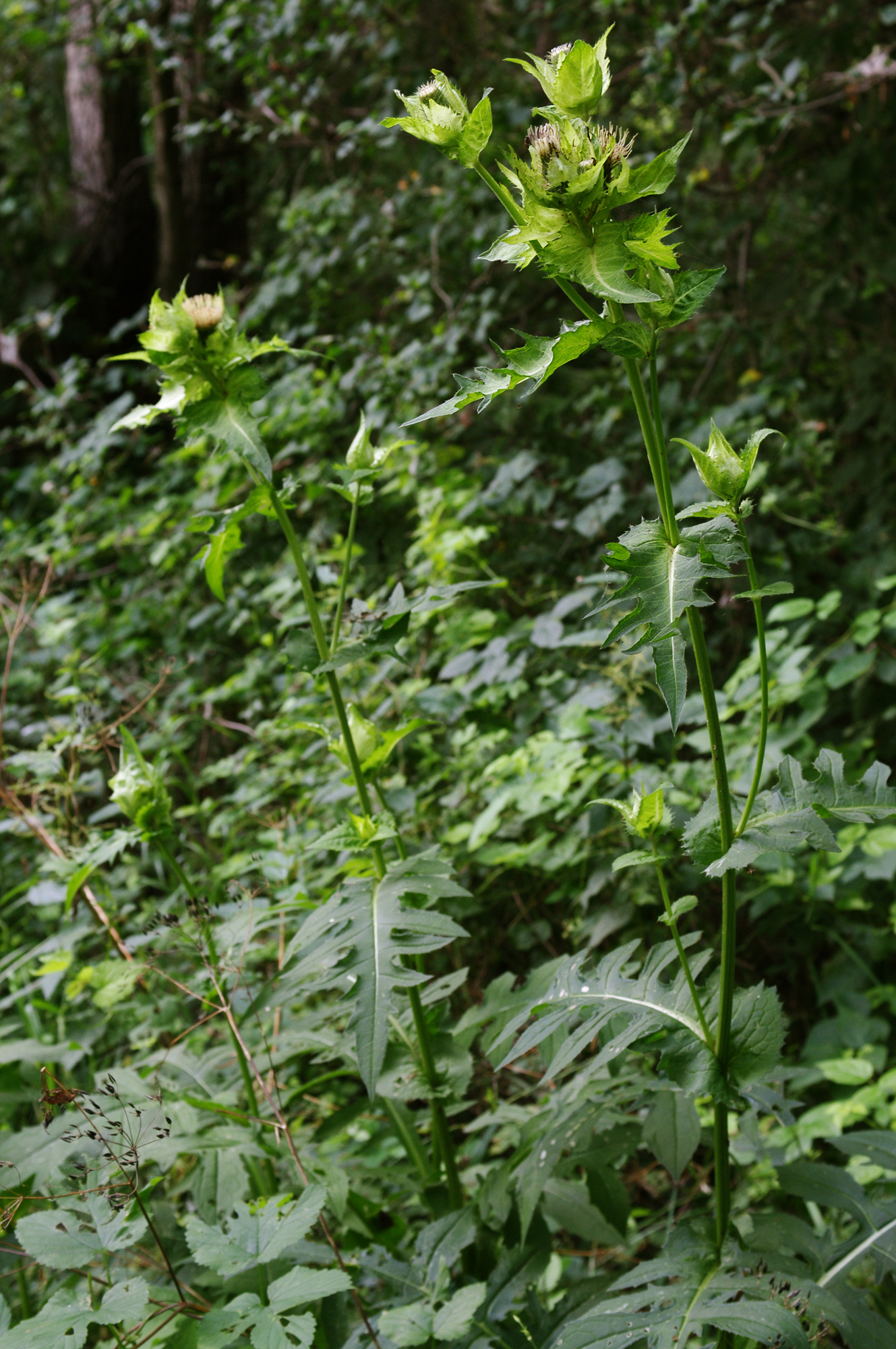
Kohldistel (ähnlich sind Alpen-Kratzdistel, Gewöhnliche Kratzdistel, Mariendistel Cirsium japonicum, Cirsium setidens, Cirsium pyrenaicum) (Blätter und Wurzeln, teils auch Stängel und Blütenböden) (siehe auch Artischocke)
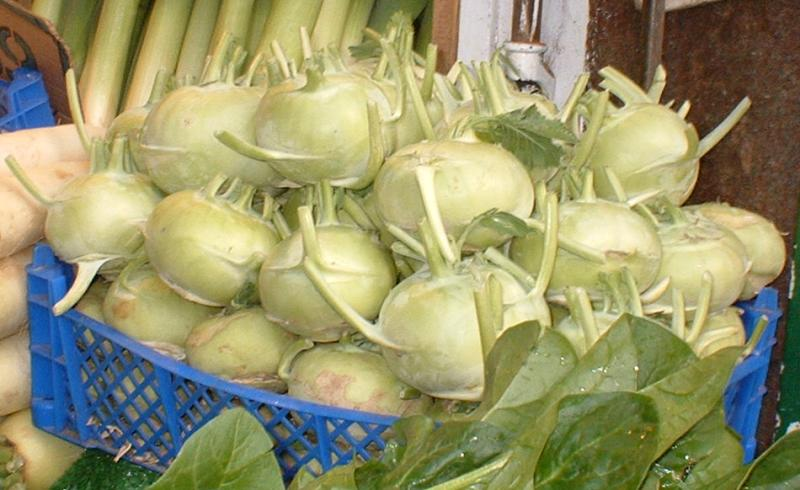
Kohlrabi (auch Kohlrabiblätter werden verwendet)
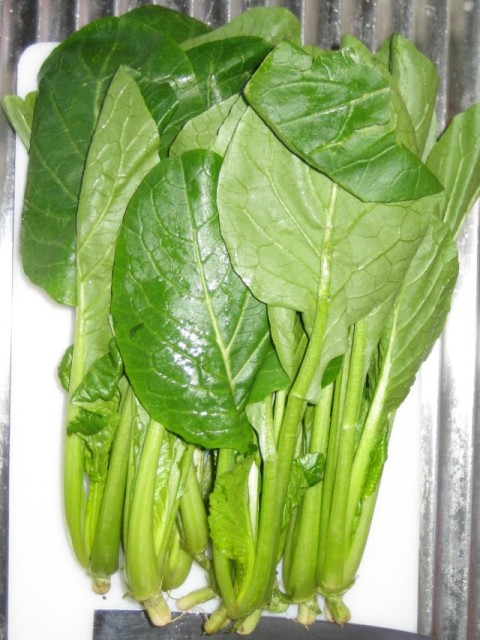
Komatsuna
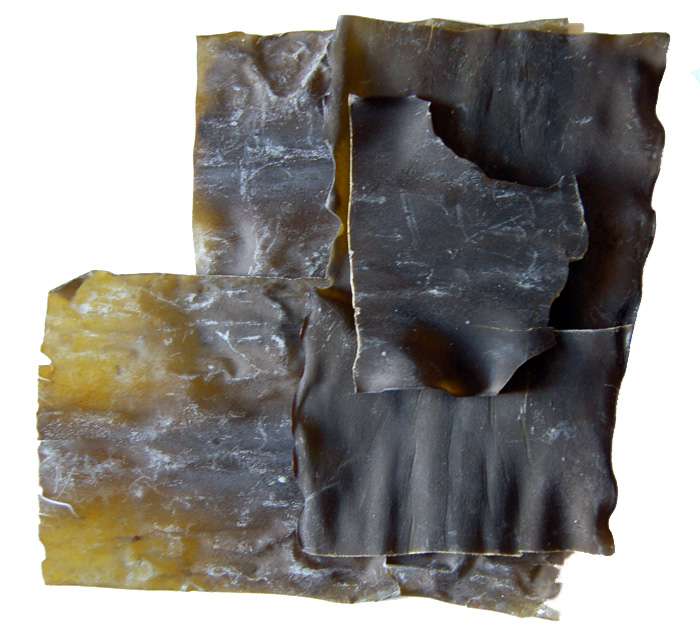
Kombu
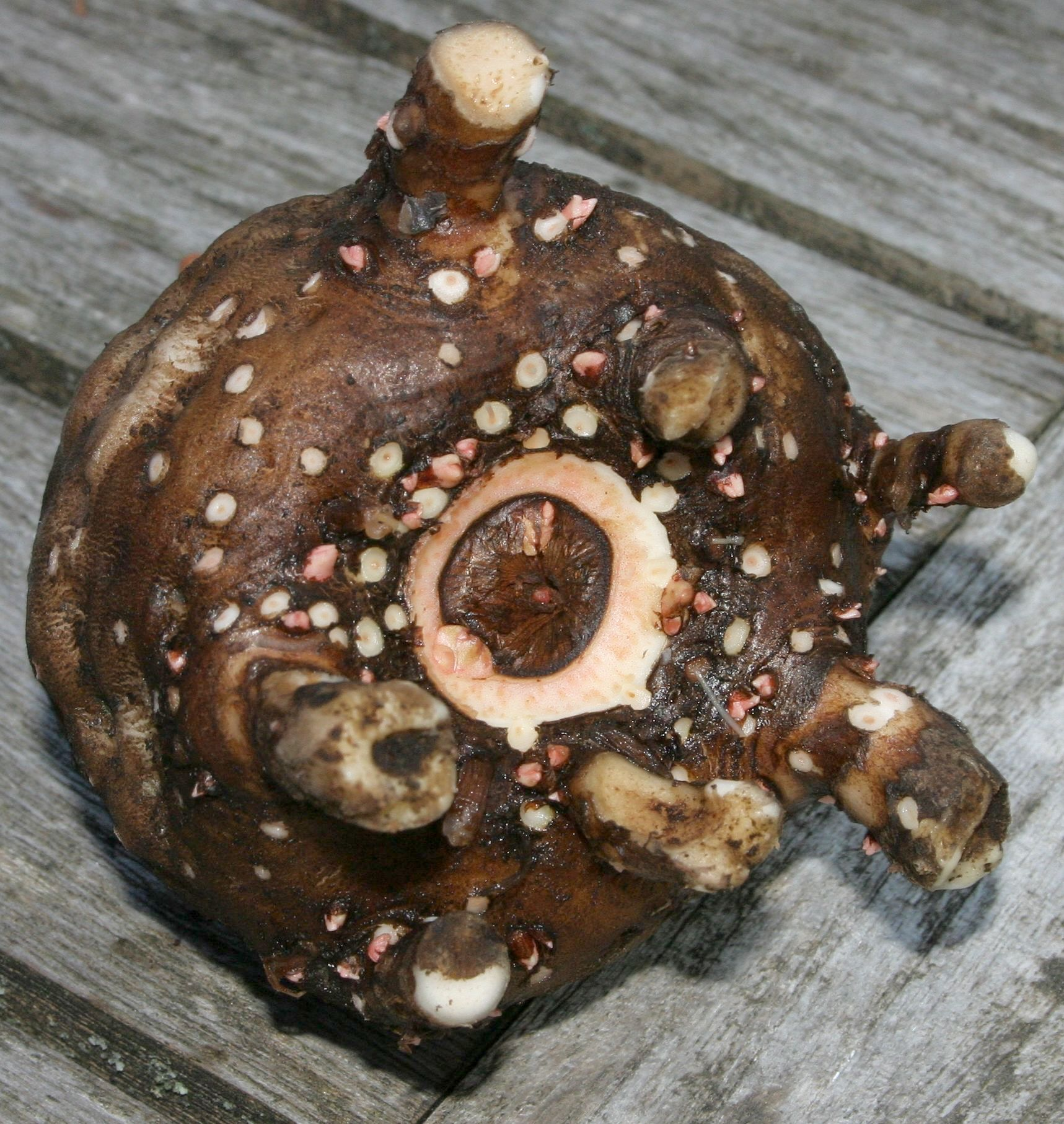
Konjakwurzel
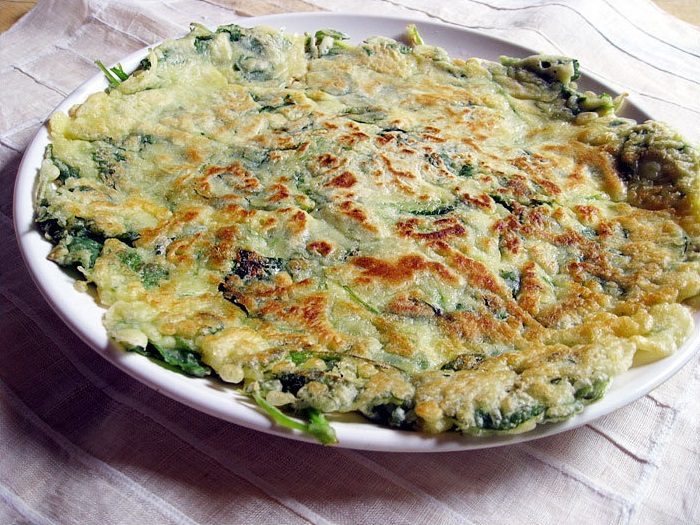
Koreanische Minze, Ostasiatischer Riesenysop (Agastache rugosa)
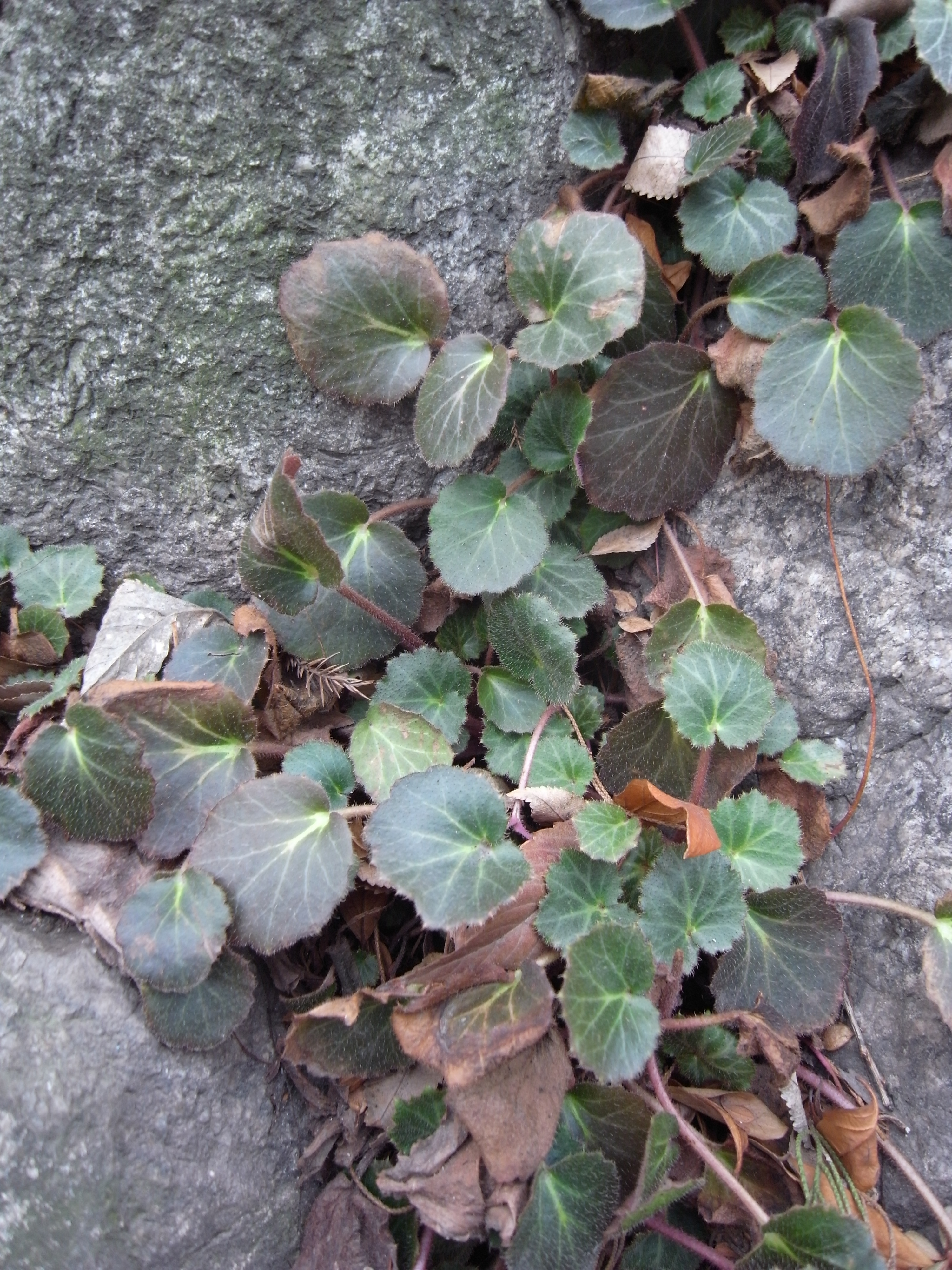
Kriech-Steinbrech
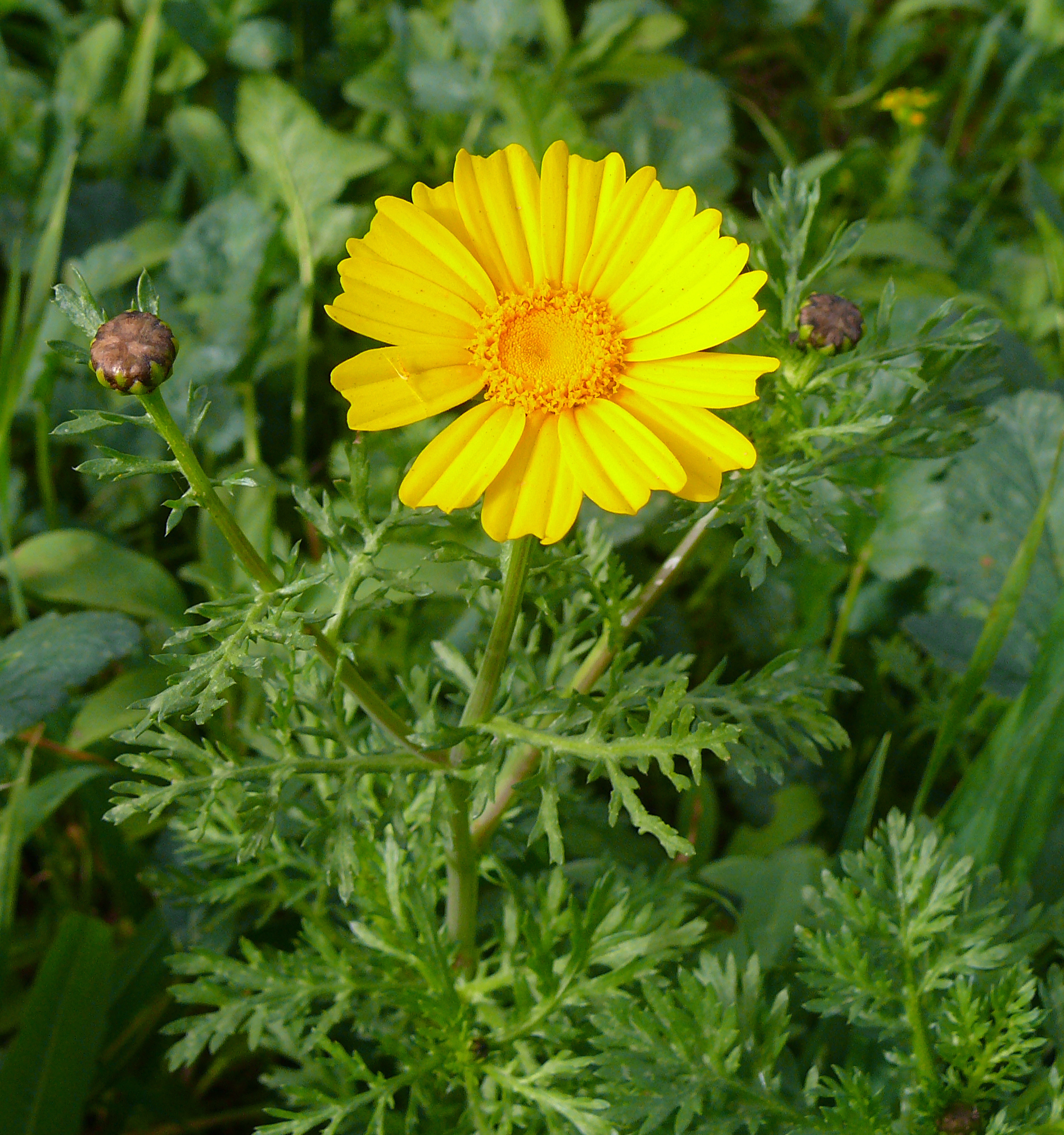
Kronenwucherblume (auch als Salat)
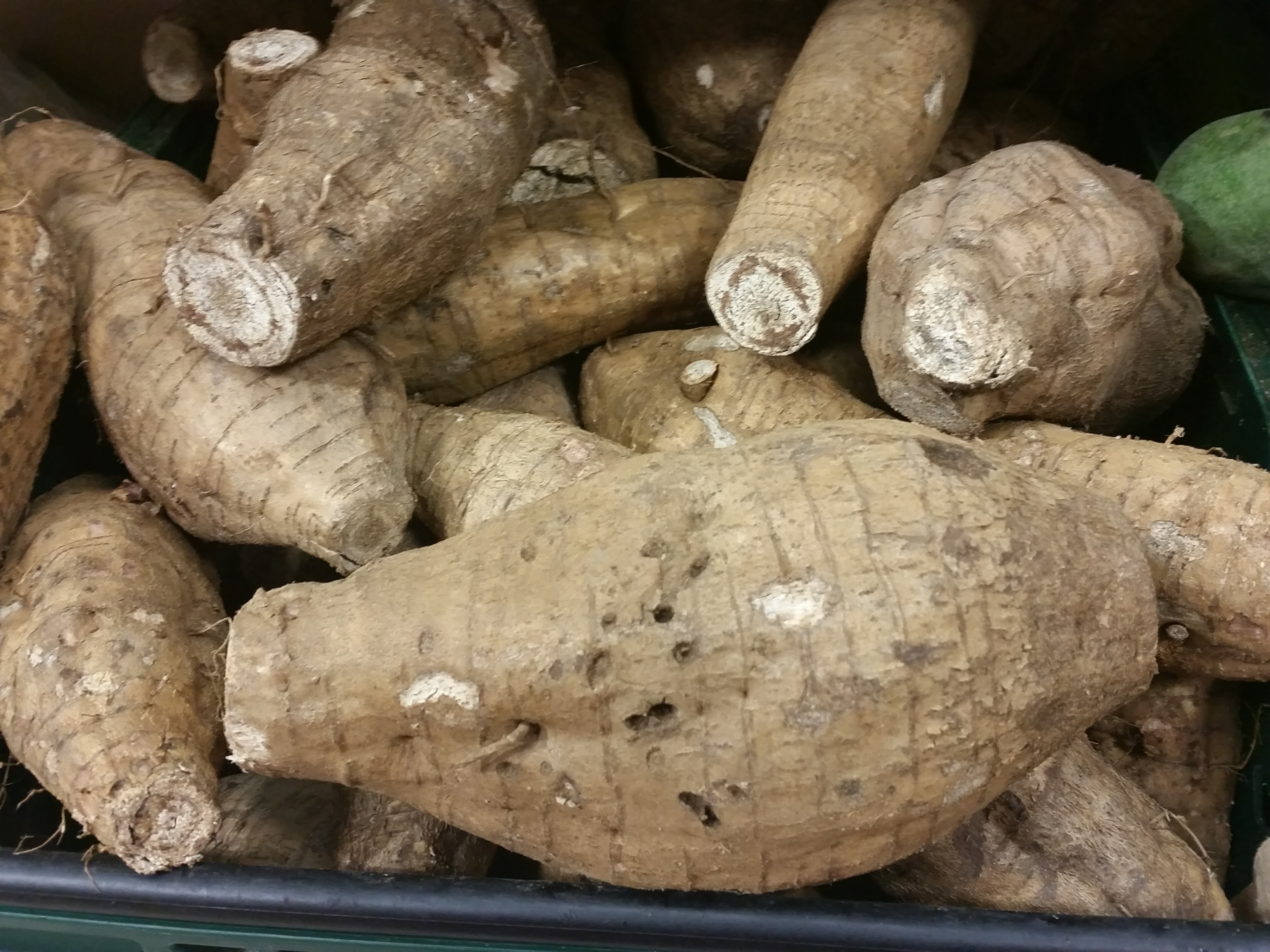
Kudzu (in Indien von Pueraria tuberosa)
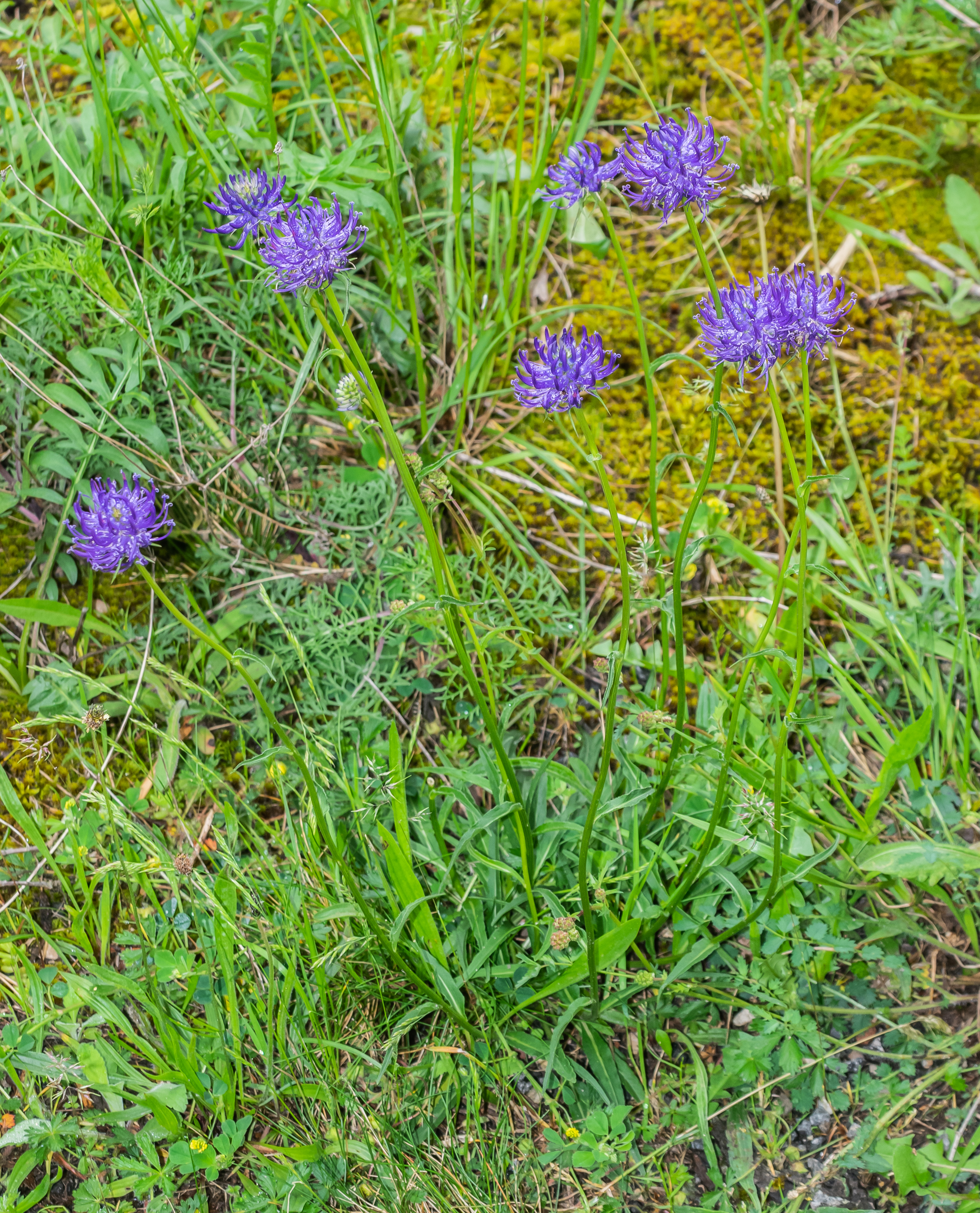
Kugelige Teufelskralle (Blätter, Blüten und Wurzeln)
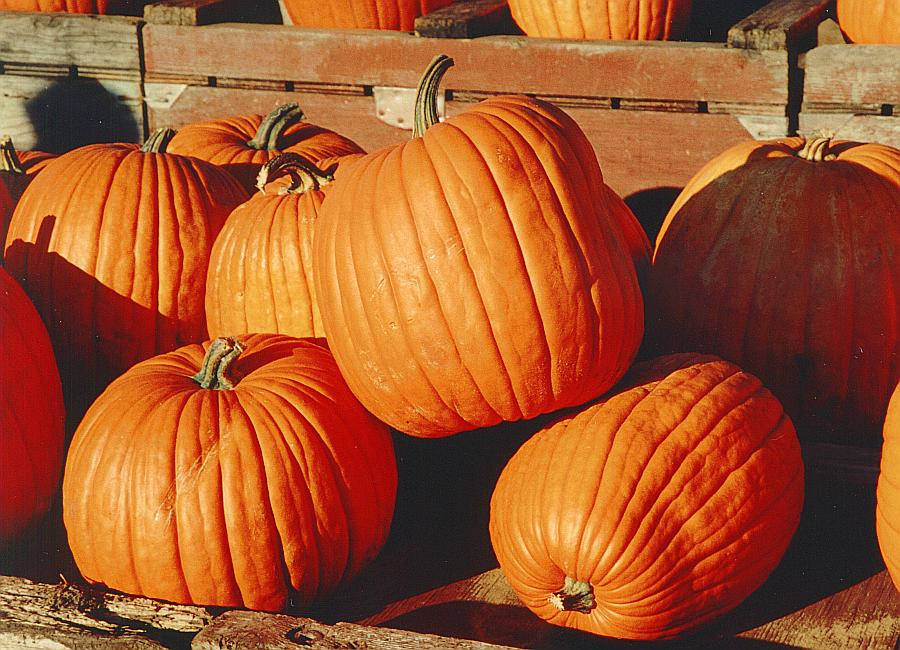
Kürbis
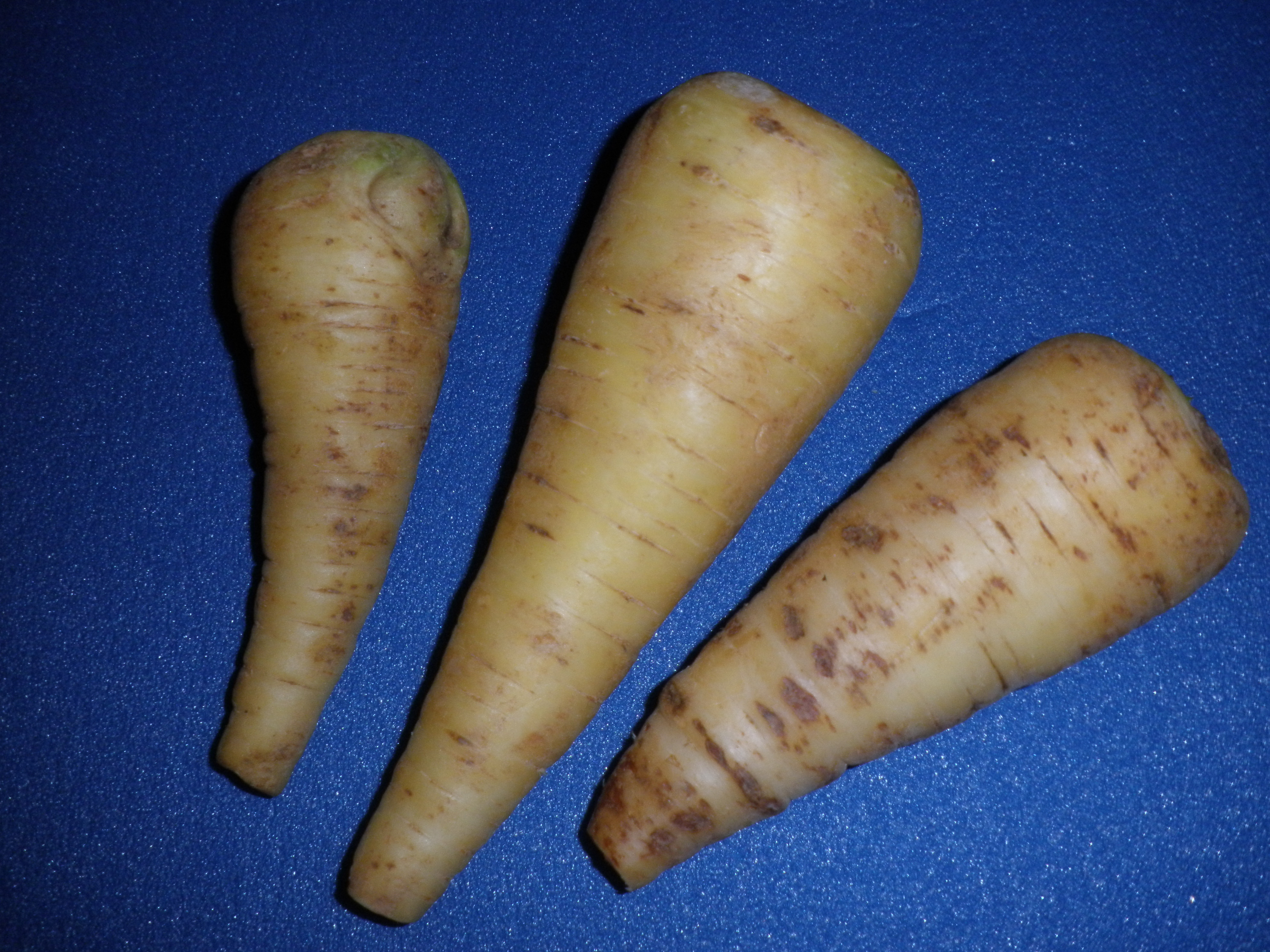
Küttiger Rüebli (ähnlich ist „Jaune longue du Doubs“, verwandt und orange-gelb ist die Pfälzerrübe)
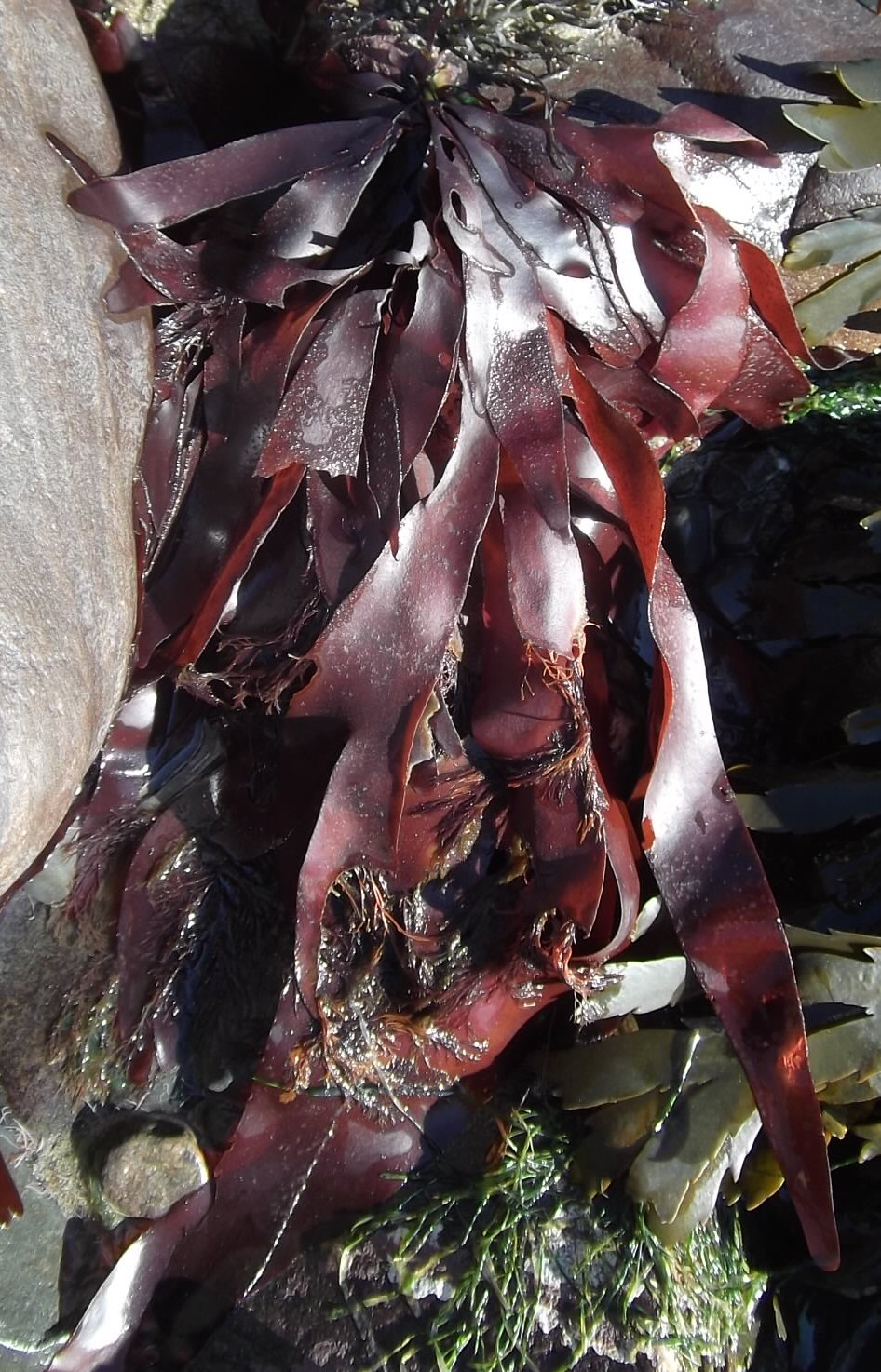
Lappentang (Dulse)
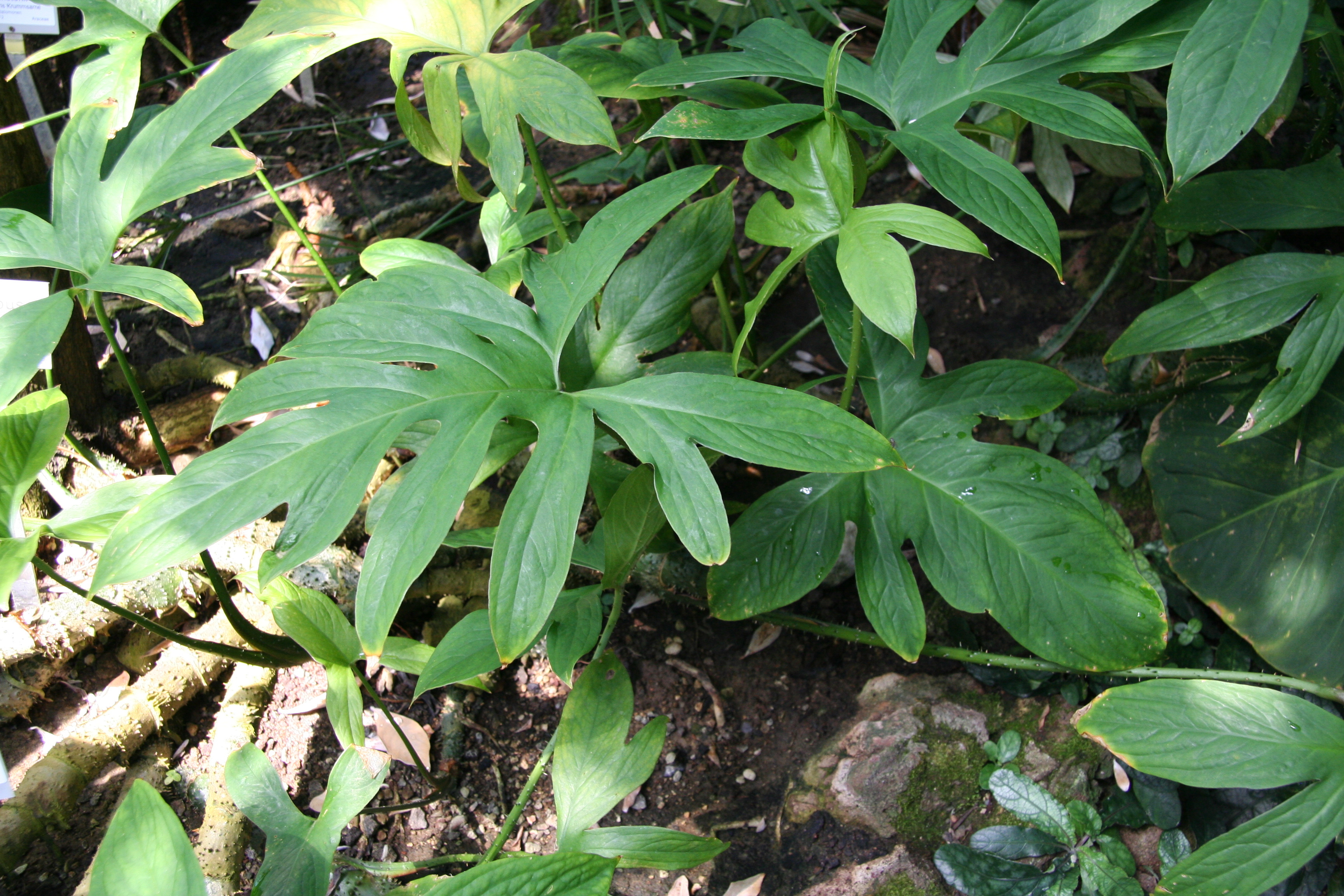
Lasia spinosa (junge Blätter; nur gekocht)
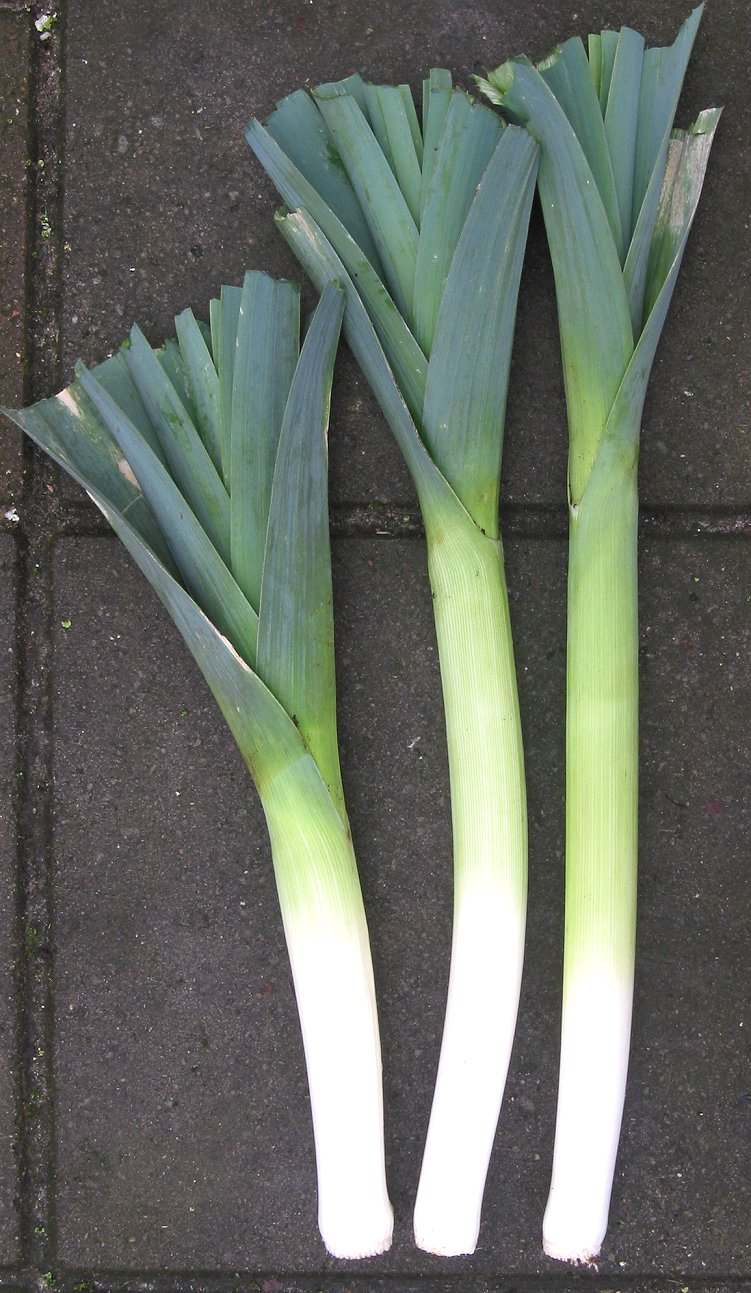
Lauch (Porree)
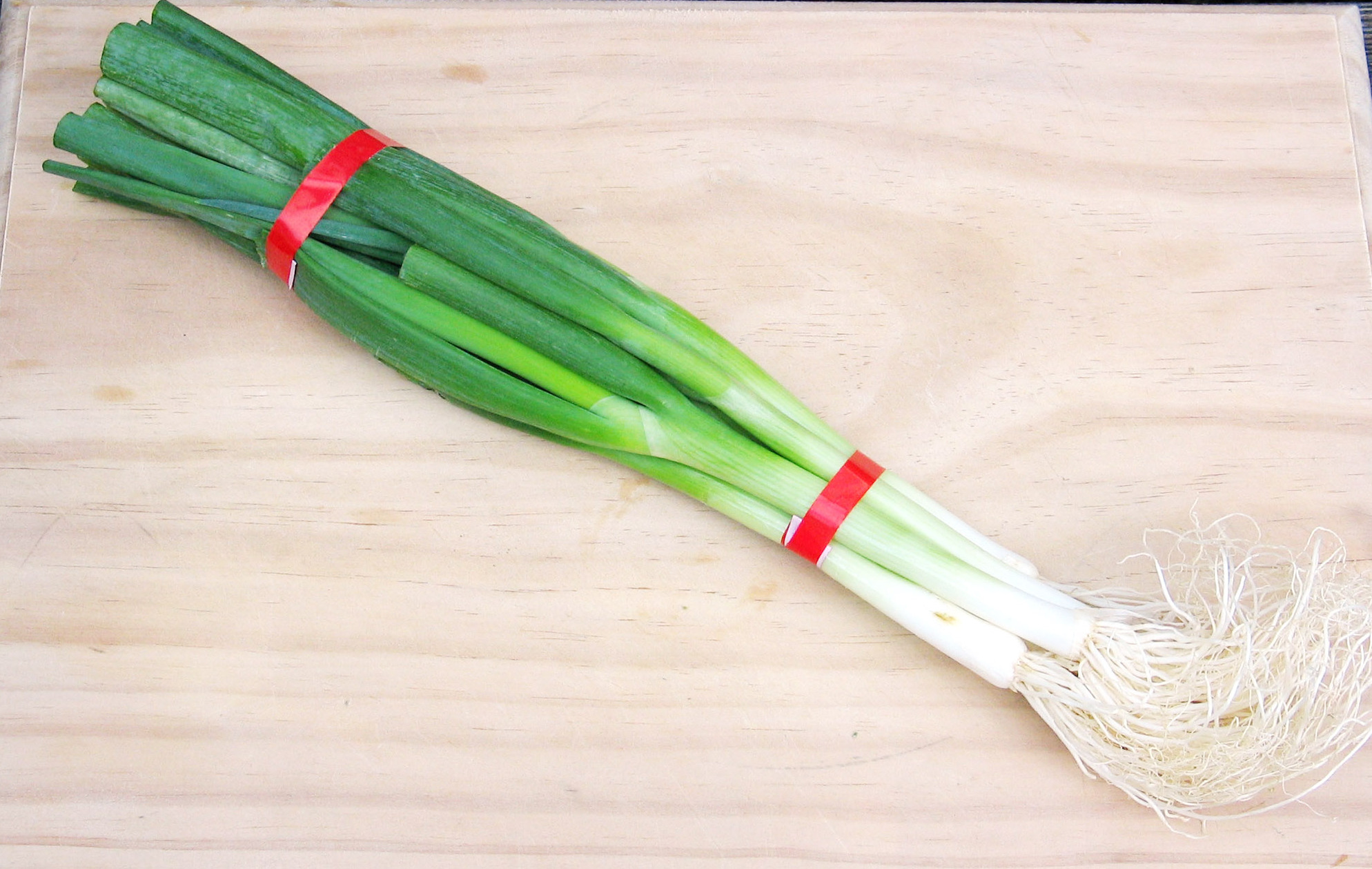
Lauchzwiebel (Frühzwiebel, Frühlingszwiebel) (ähnlich ist Allium chinense)
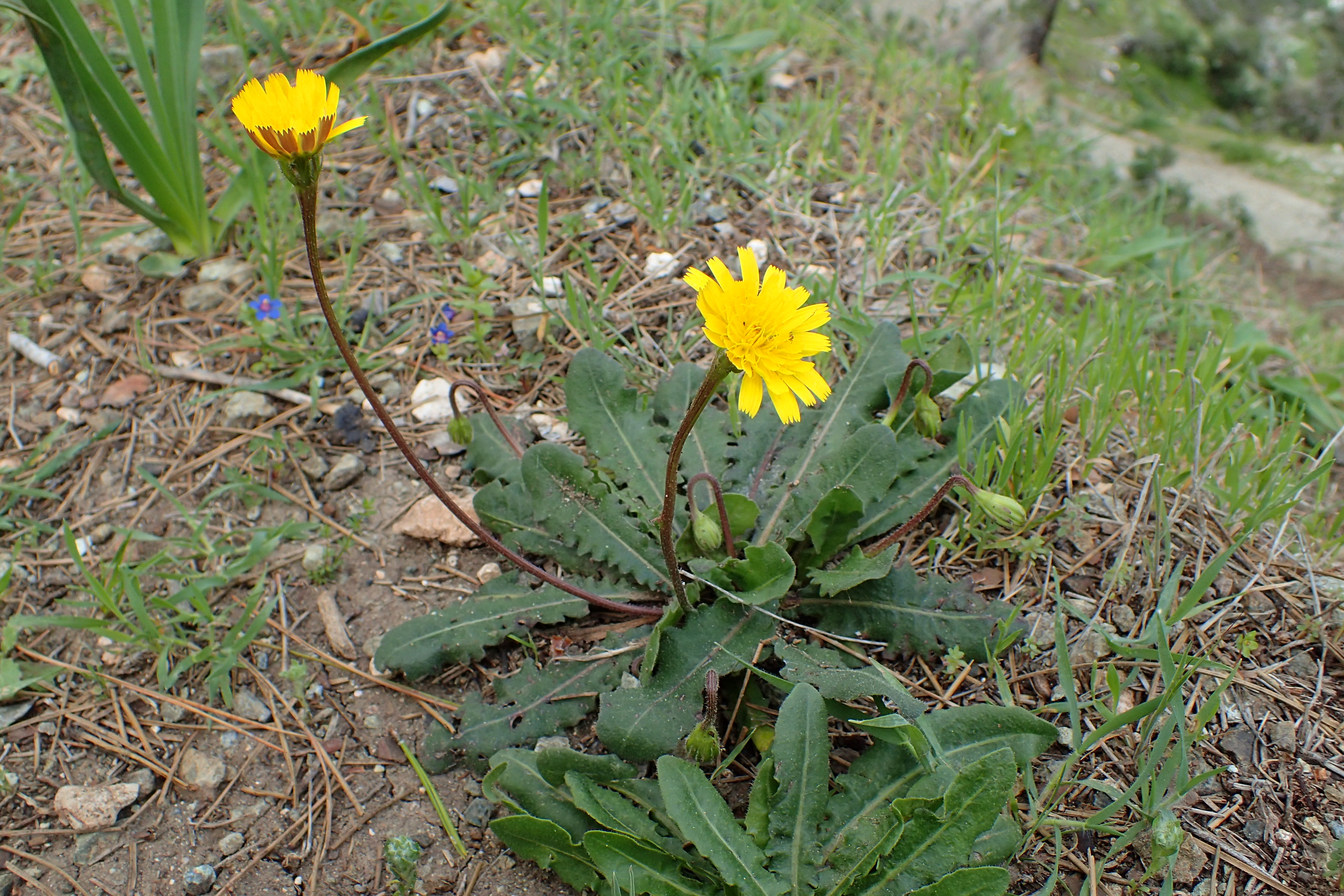
Leontodon tuberosus, Leontodon taraxacoides (Blätter und Wurzeln) (Gemüse oder Salat)
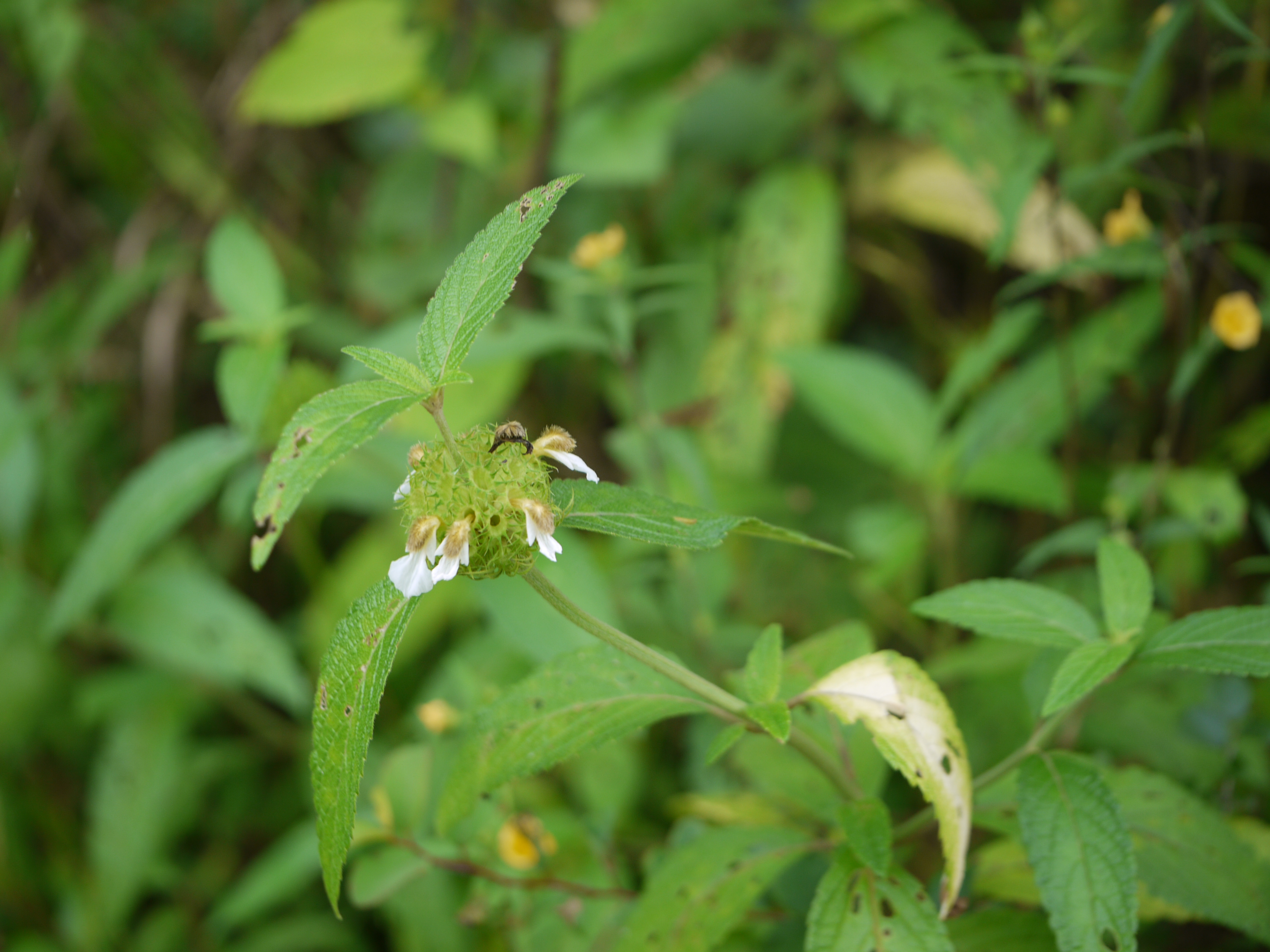
Leucas cephalotes (ähnliches Bild)
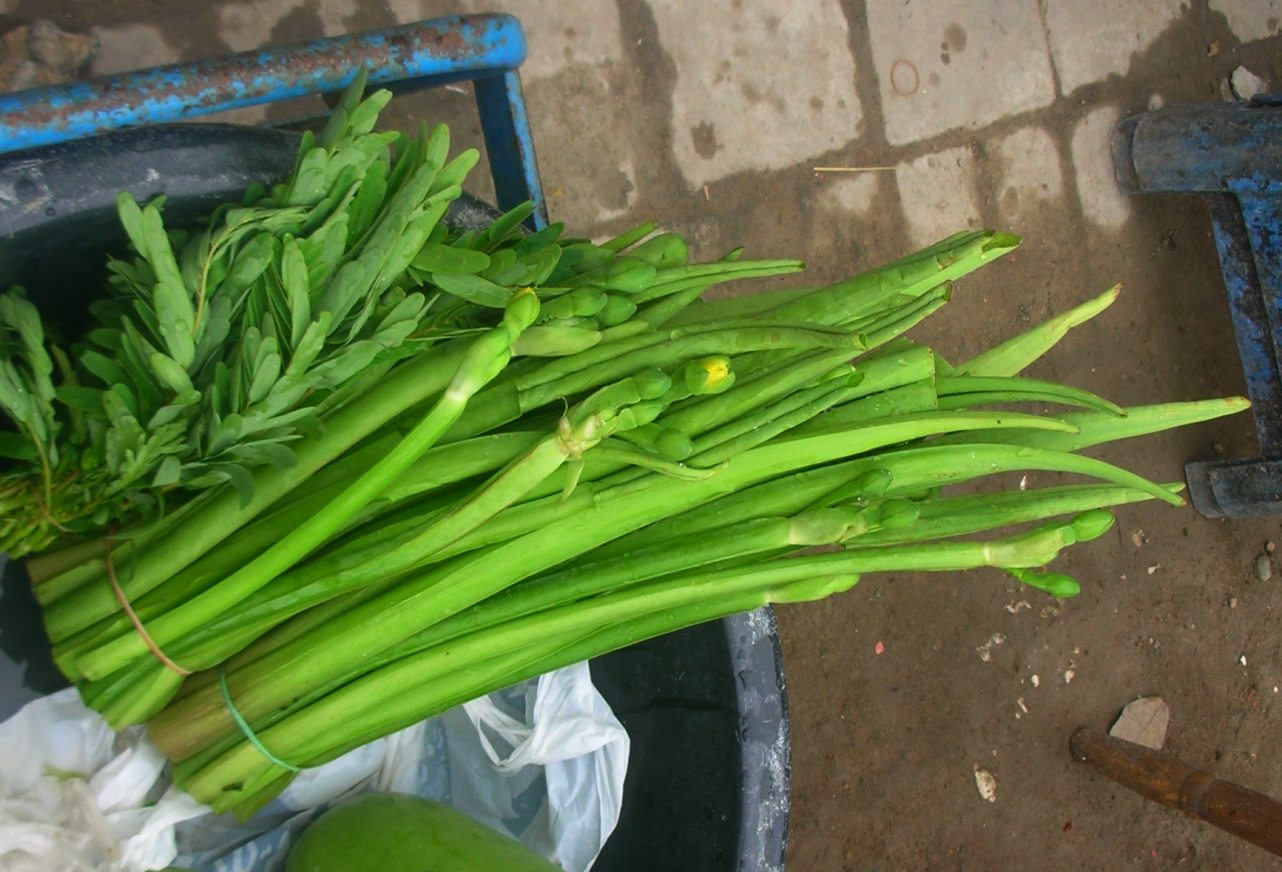
Limnocharis flava
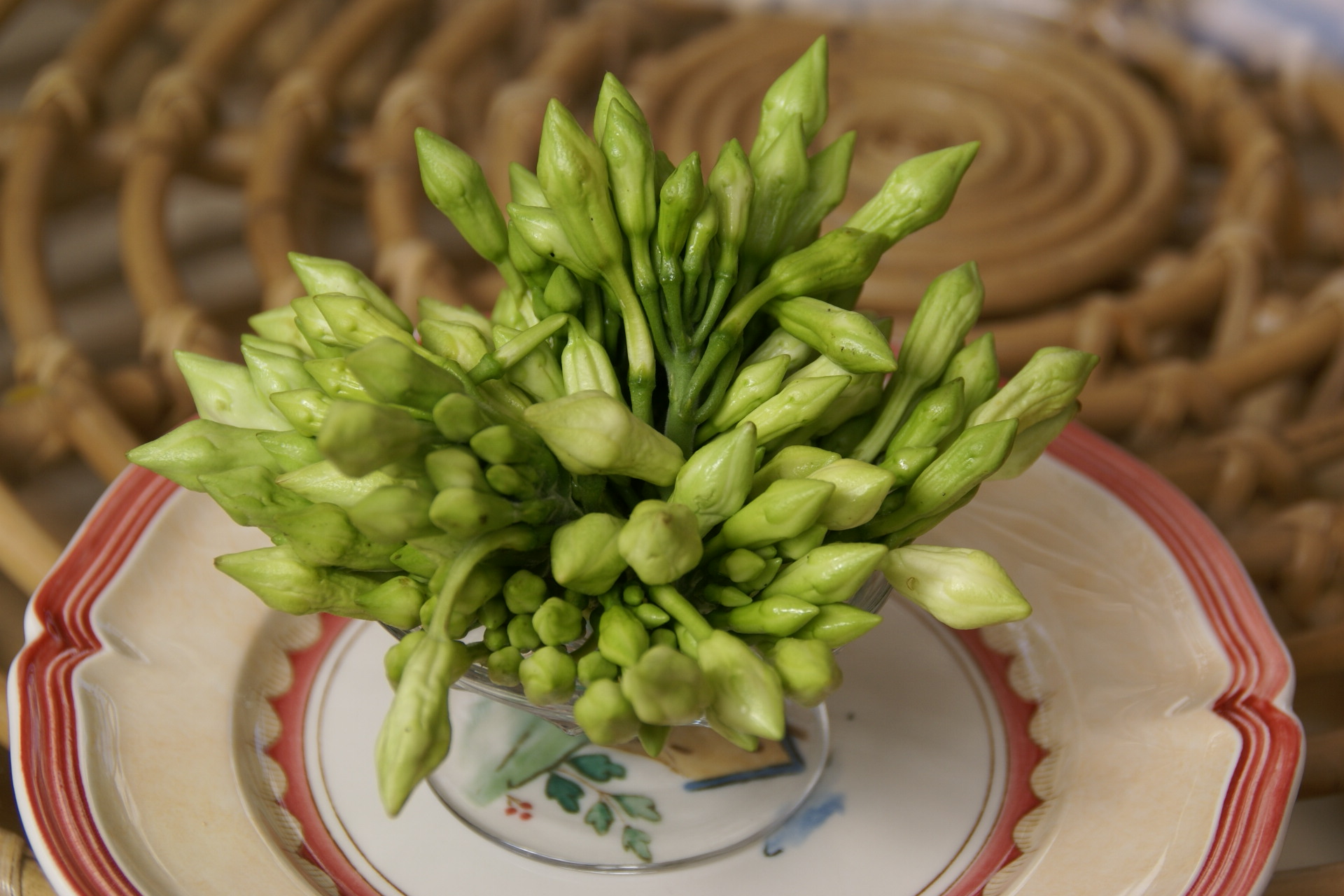
Loroco (Blütenknospen)
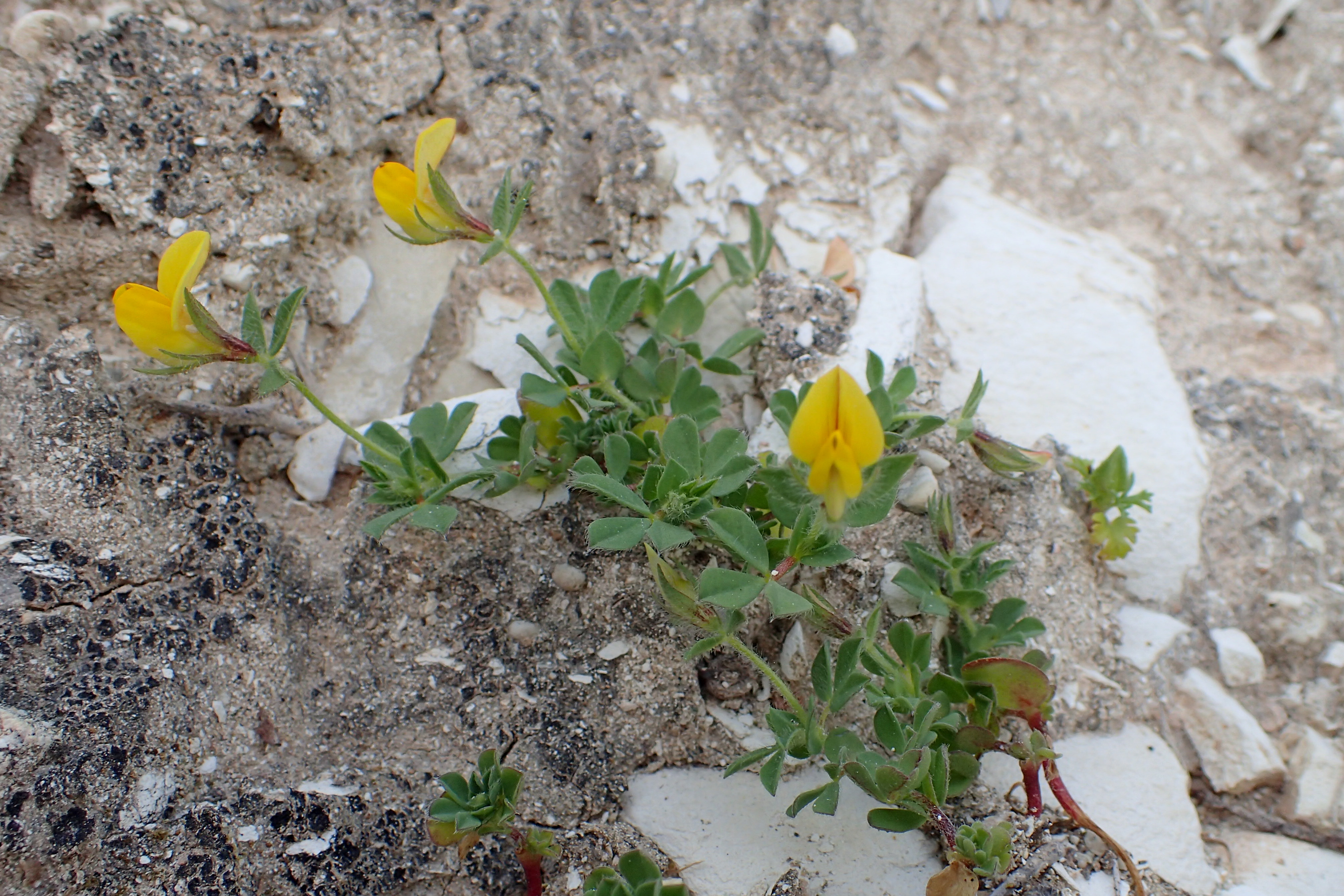
Lotus edulis (junge Früchte auch eingelegt; nicht im Bild)
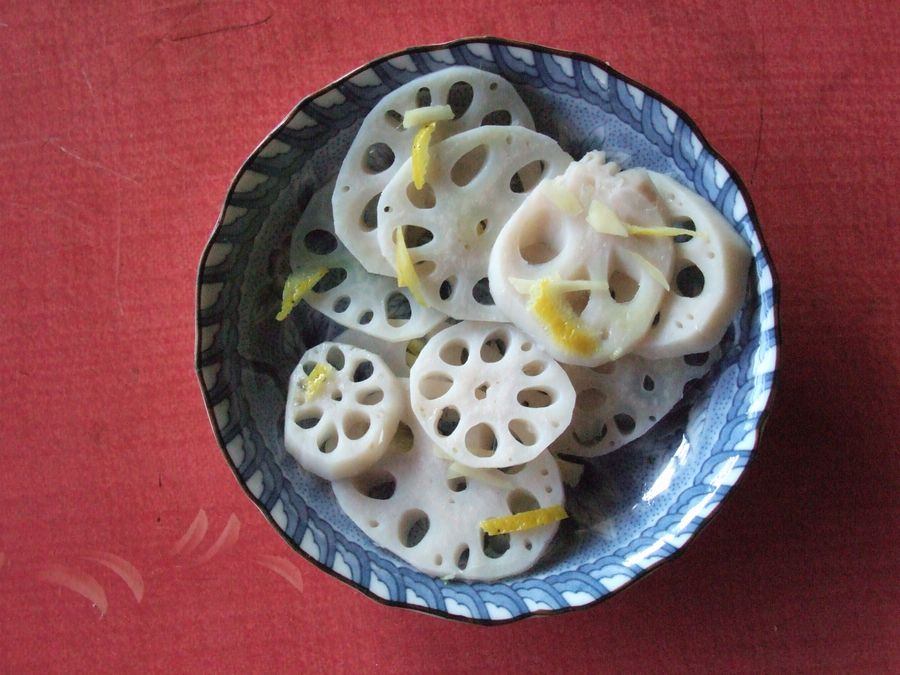
Lotuswurzel (Lotoswurzeln)
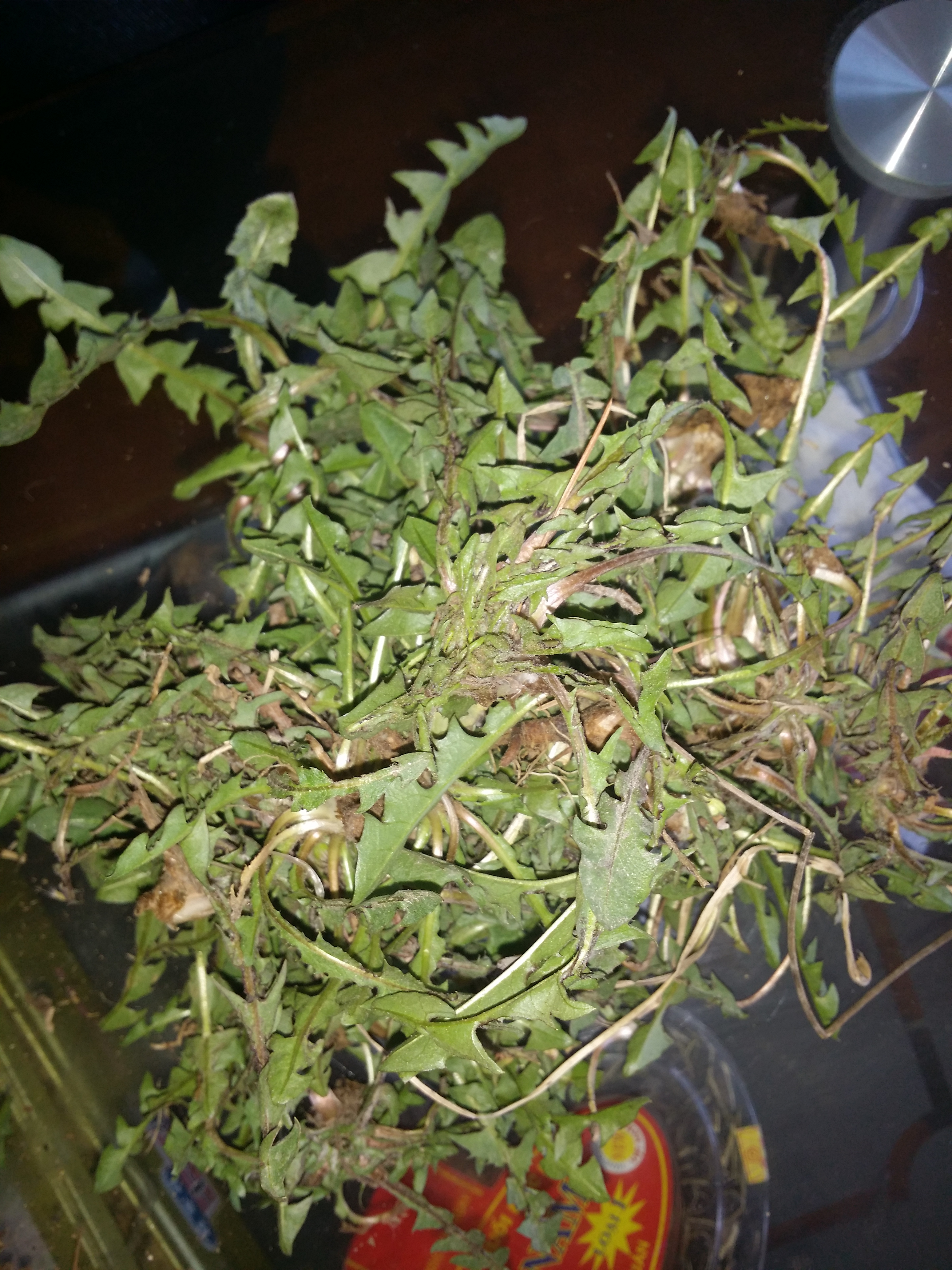
Löwenzahn (versch. Löwenzahn-Arten)
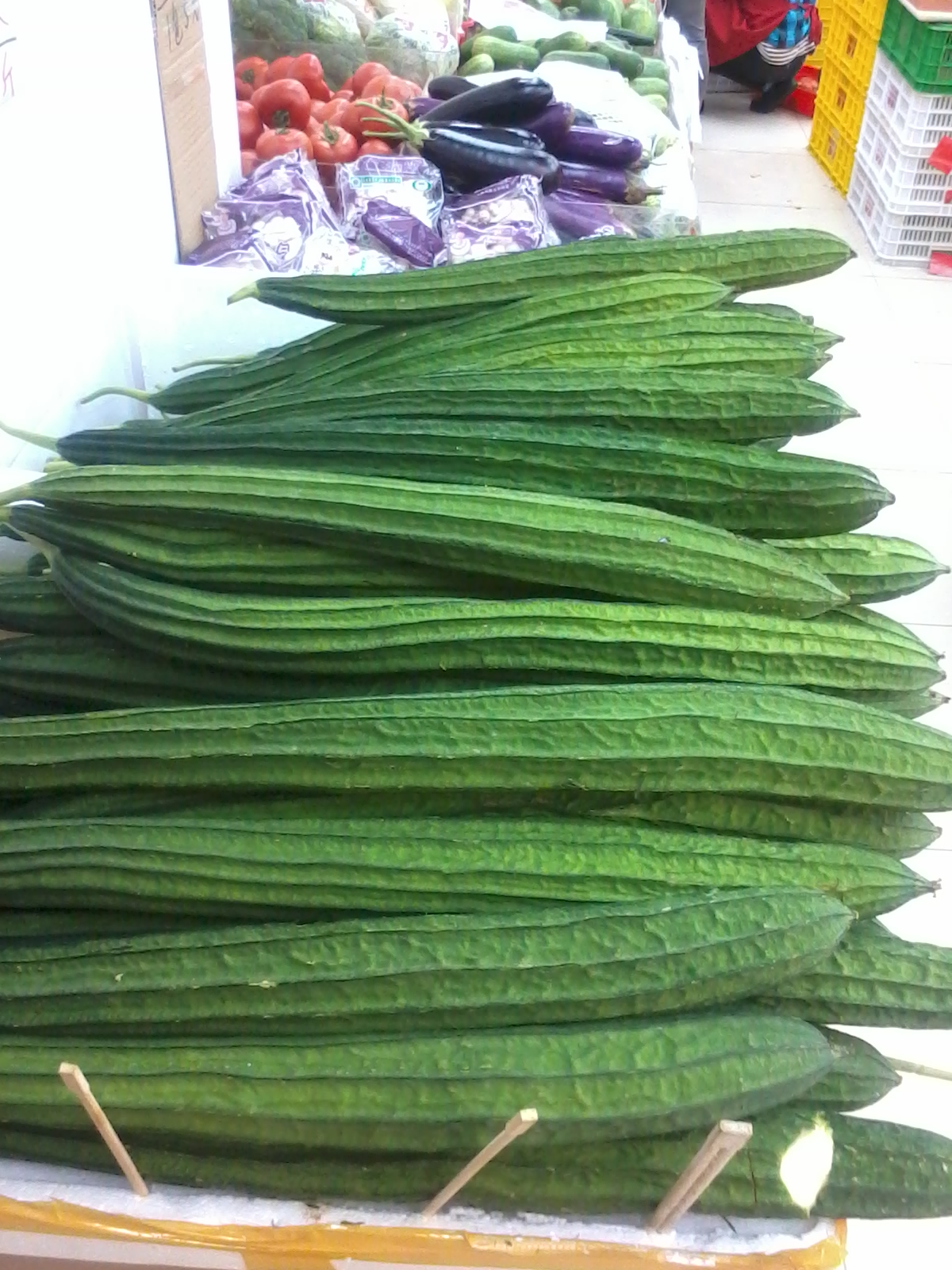
Luffa (Schwammkürbis und Flügelgurke)
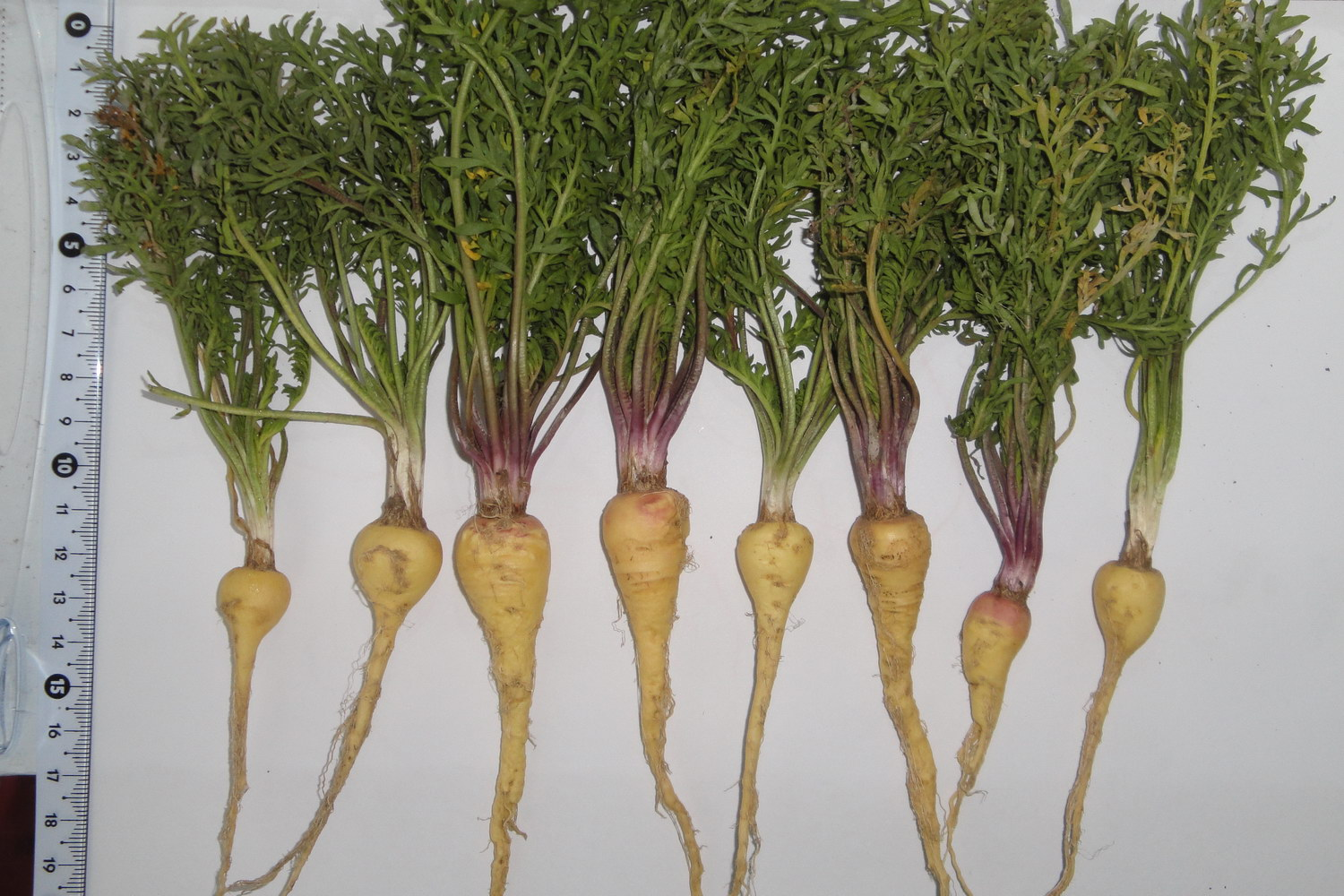
Maca
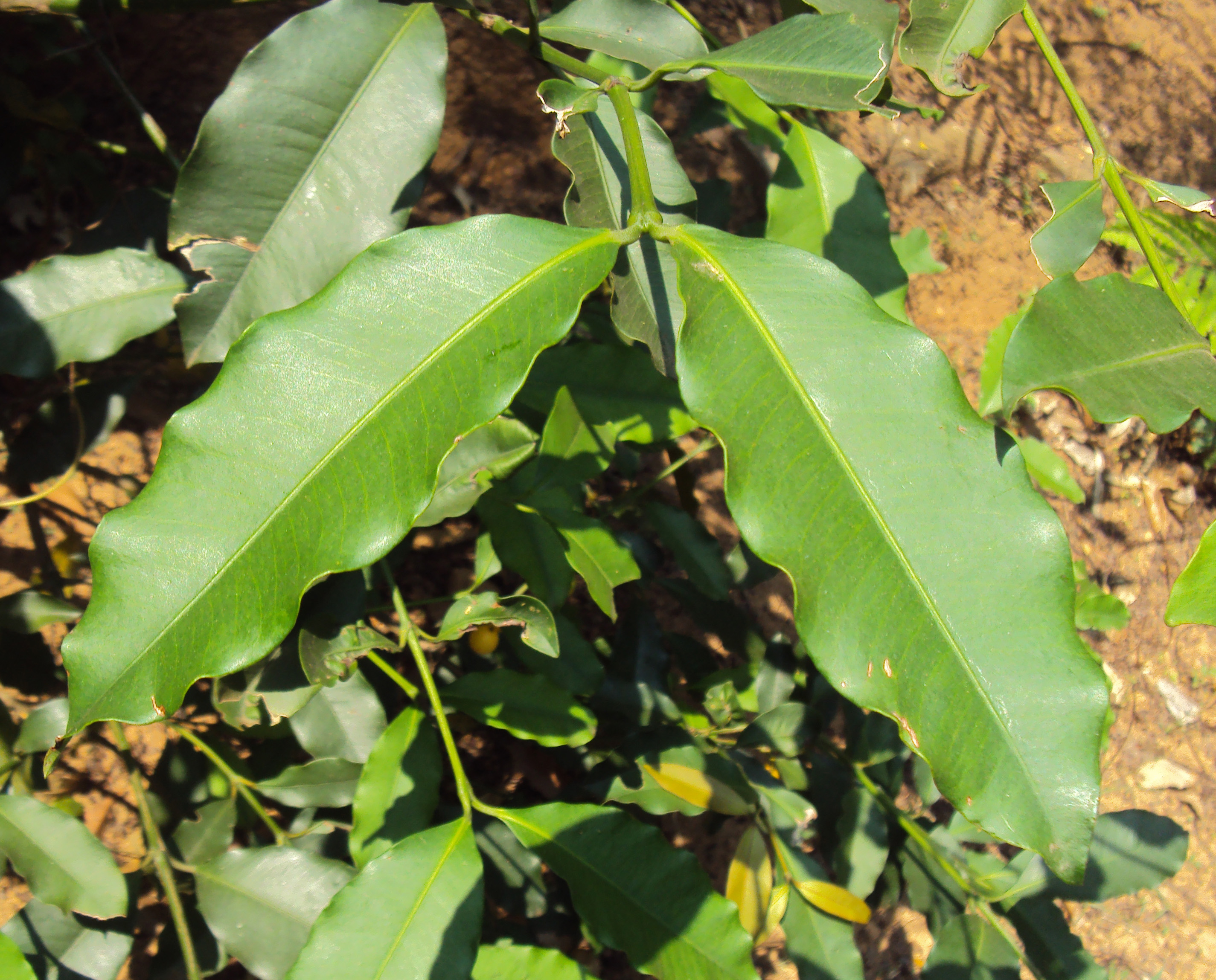
Madan (Garcinia schomburgkiana) (ähnliches Bild) (Blätter)
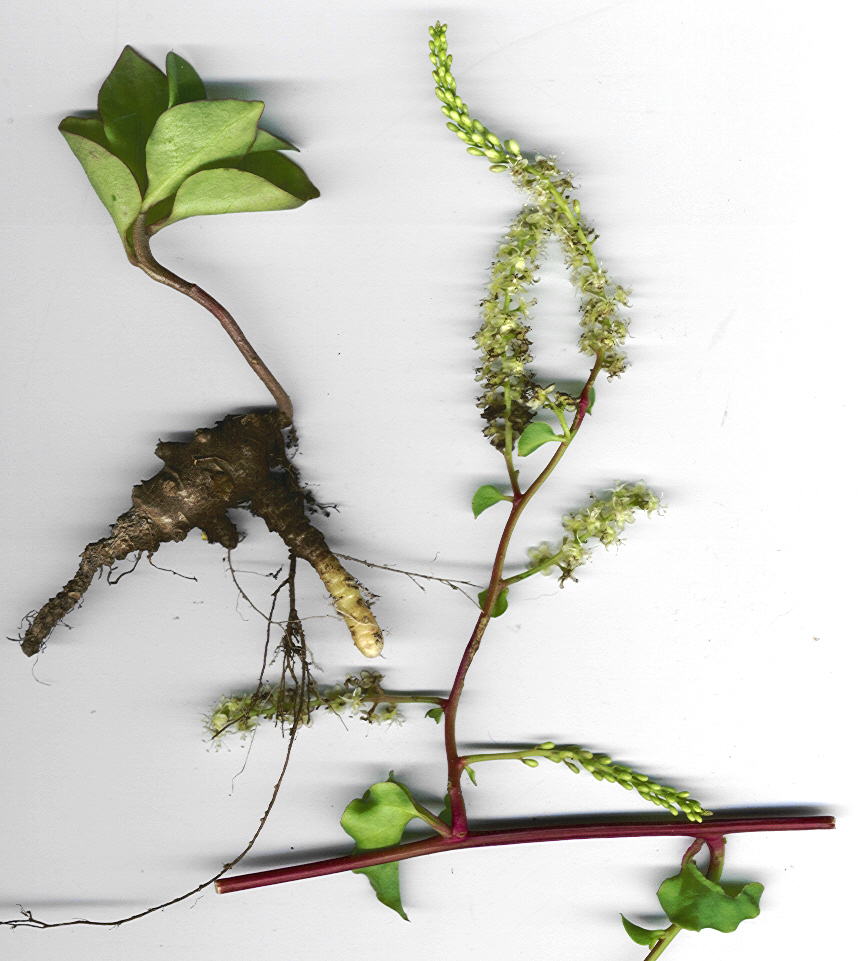
Madeirawein (Knollen und Blätter)
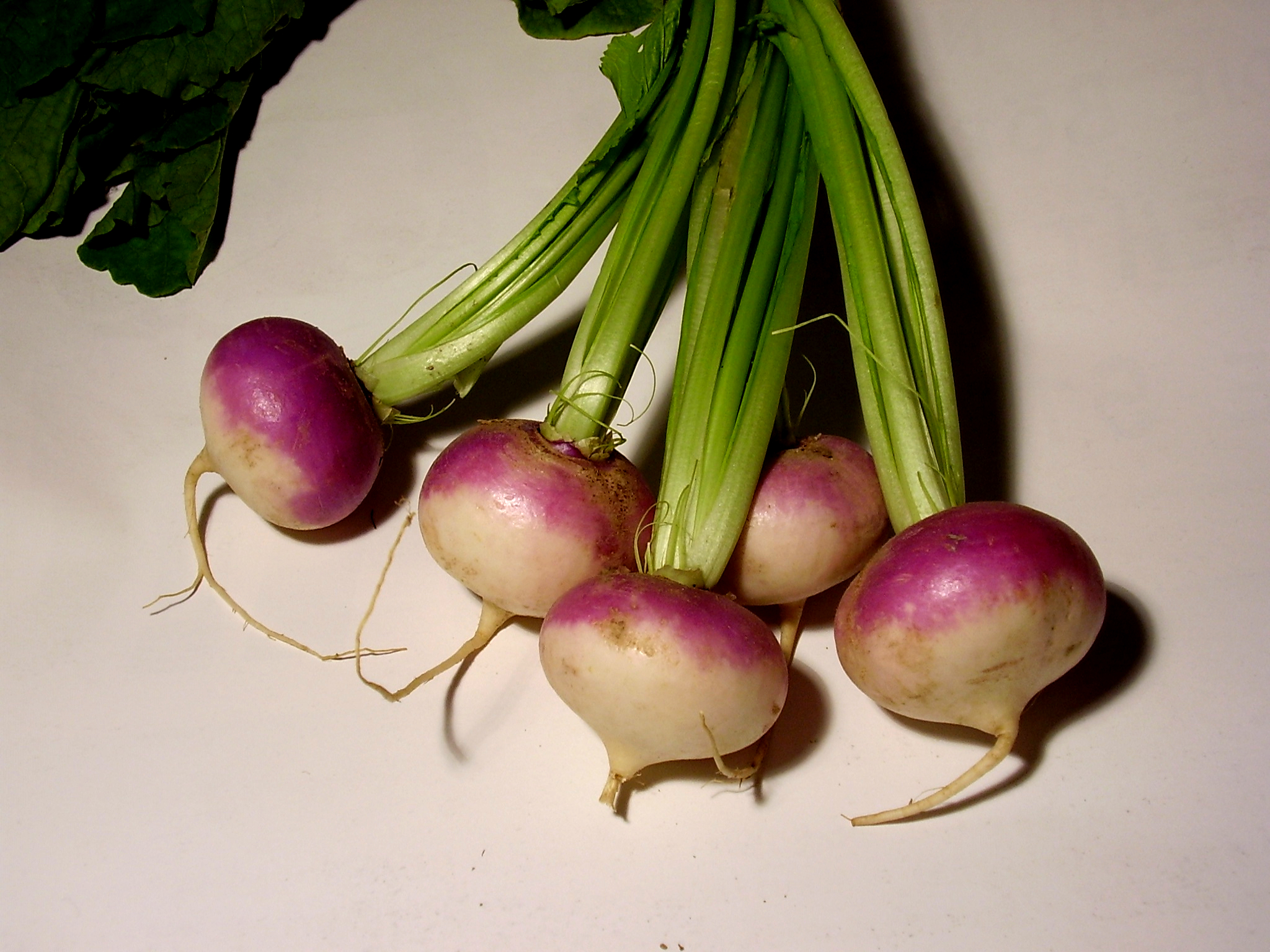
Mairübe
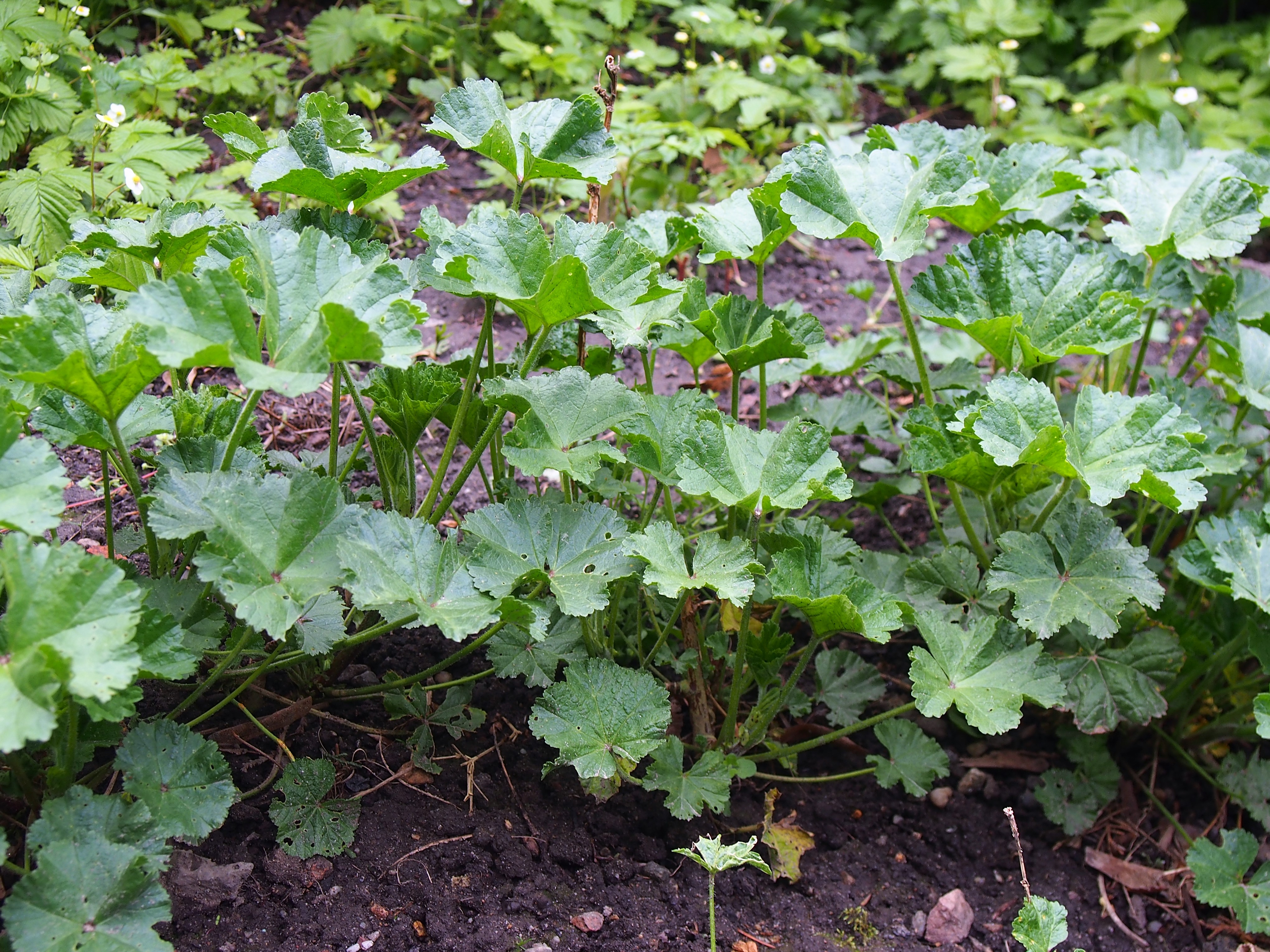
Malvenblätter (auch Malva parviflora)
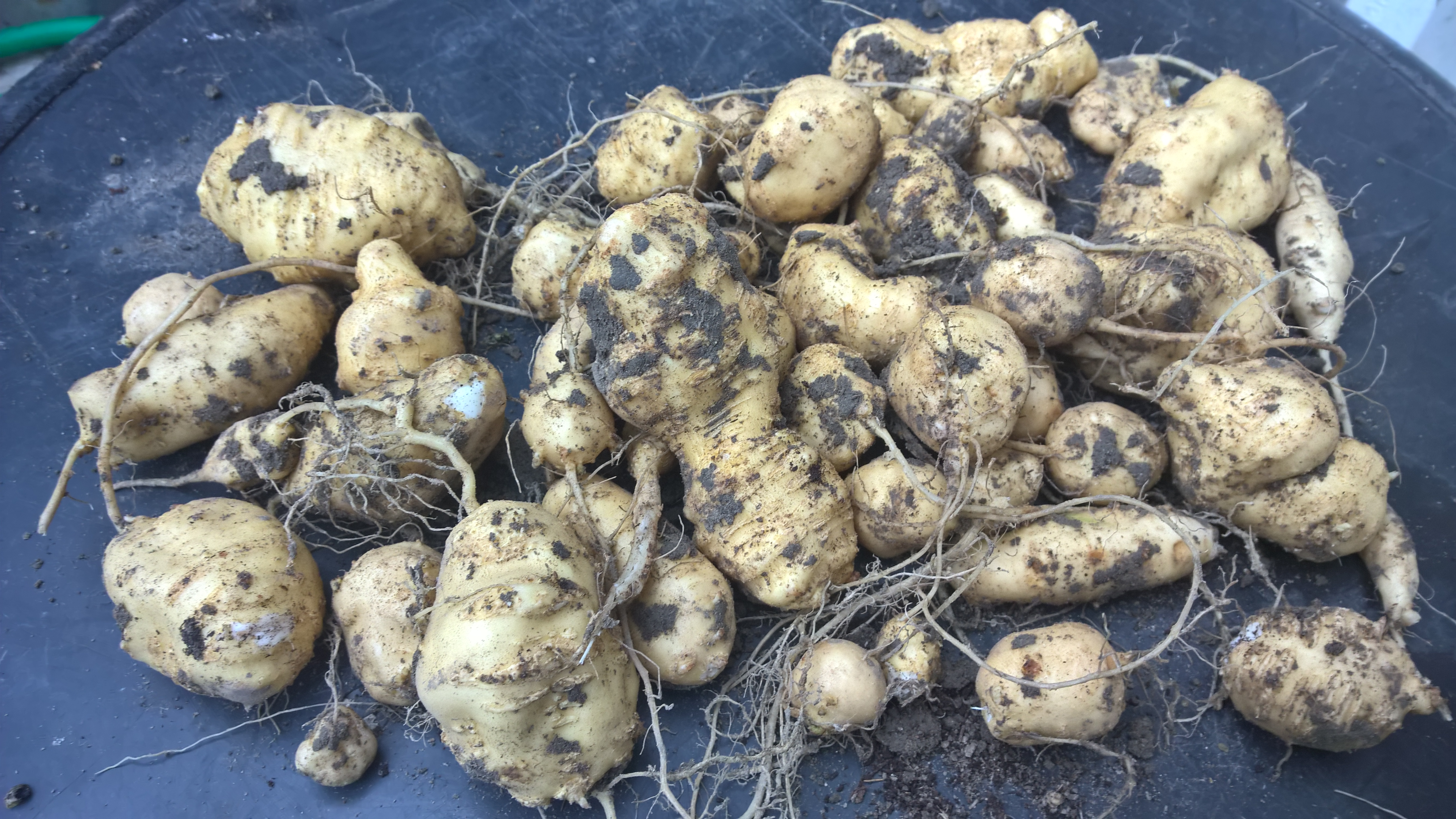
Manchu (Quetschgurke, Knollengurke)
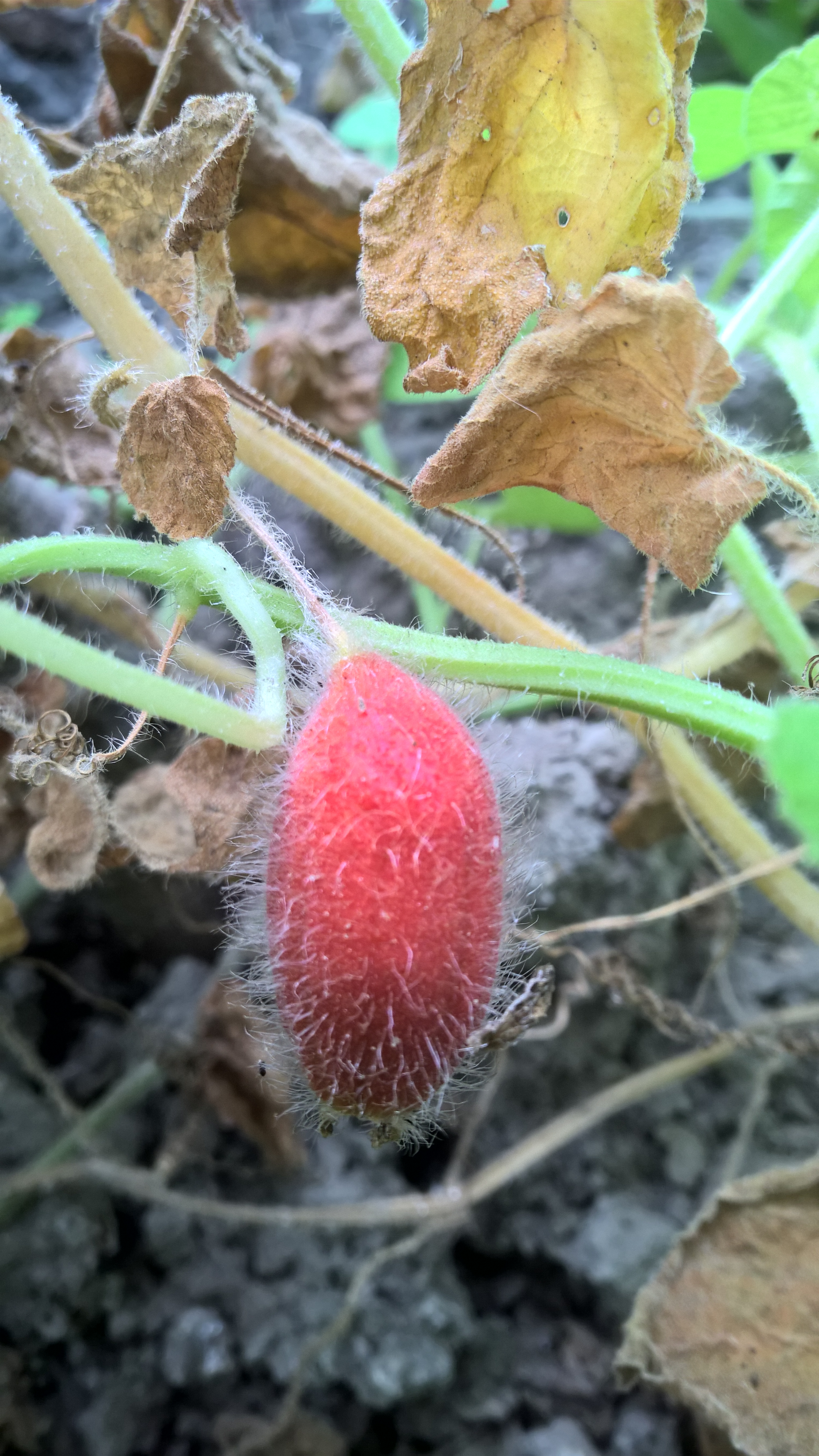
Manchu-Frucht
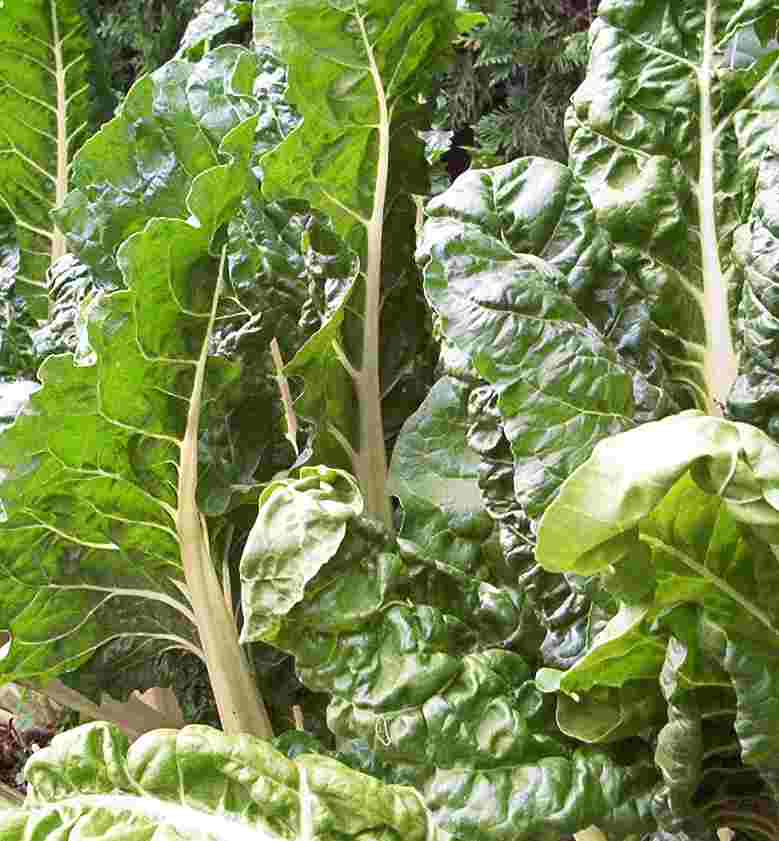
Mangold (Krautstiel) (Stiel- oder Rippenmangold und Blatt- oder Schnittmangold)
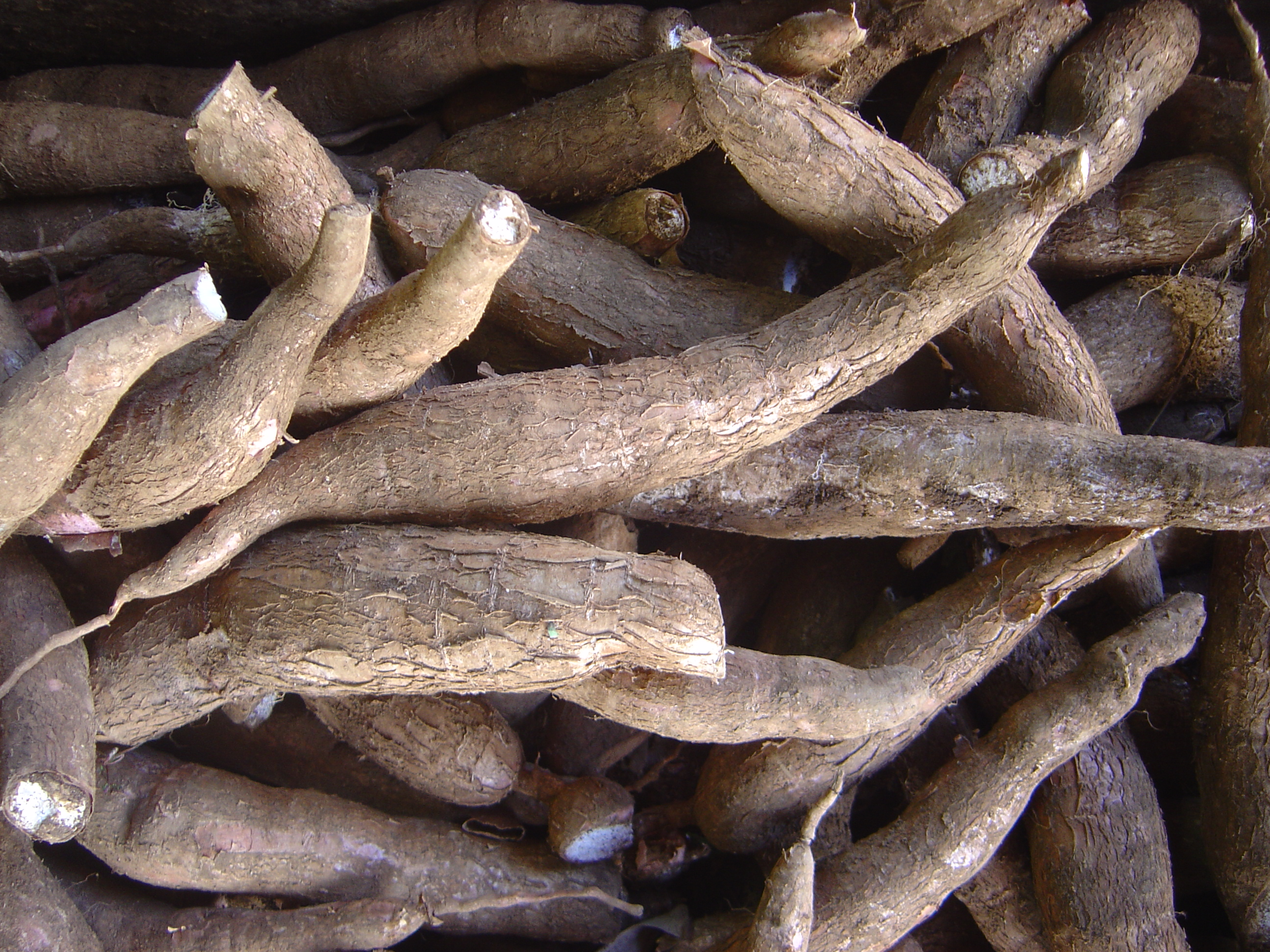
Maniok
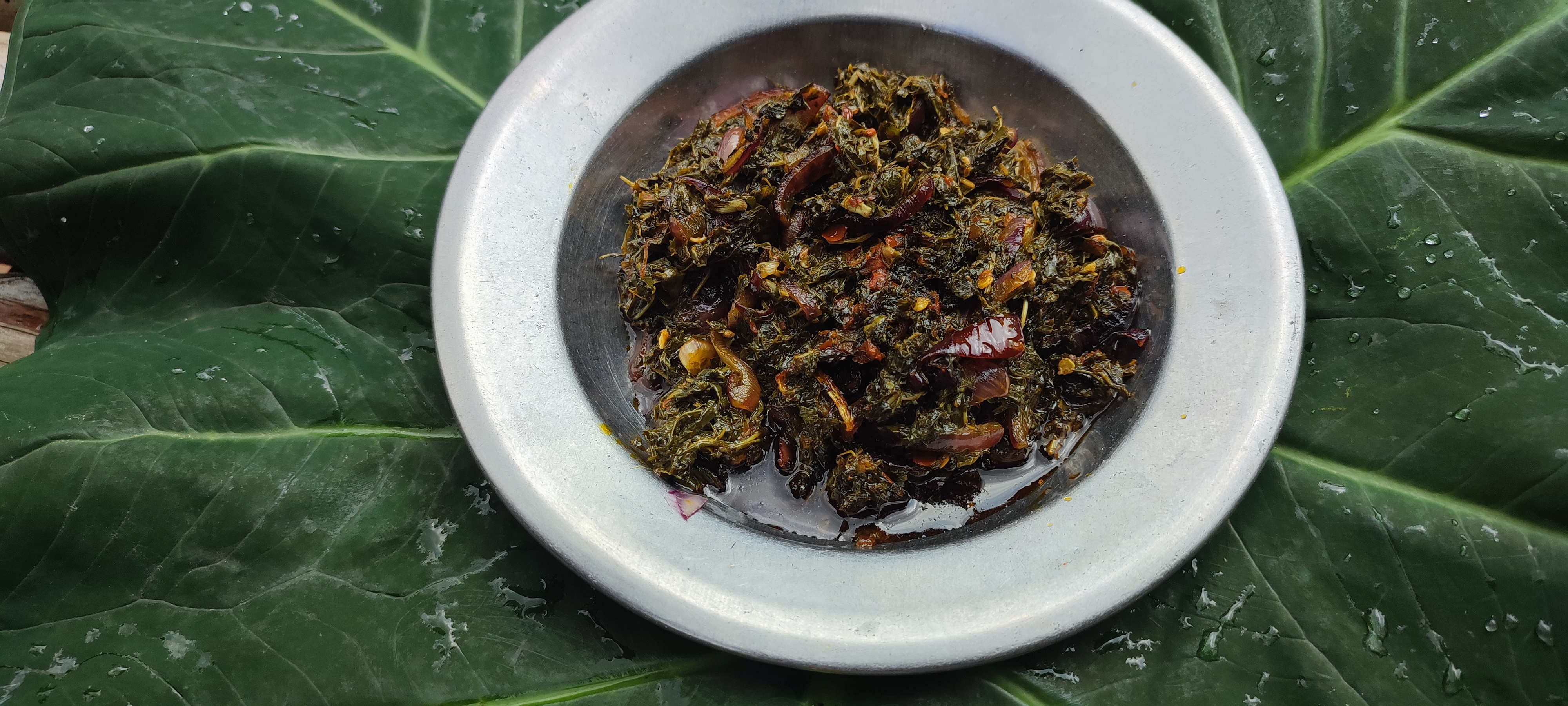
Maniokblätter
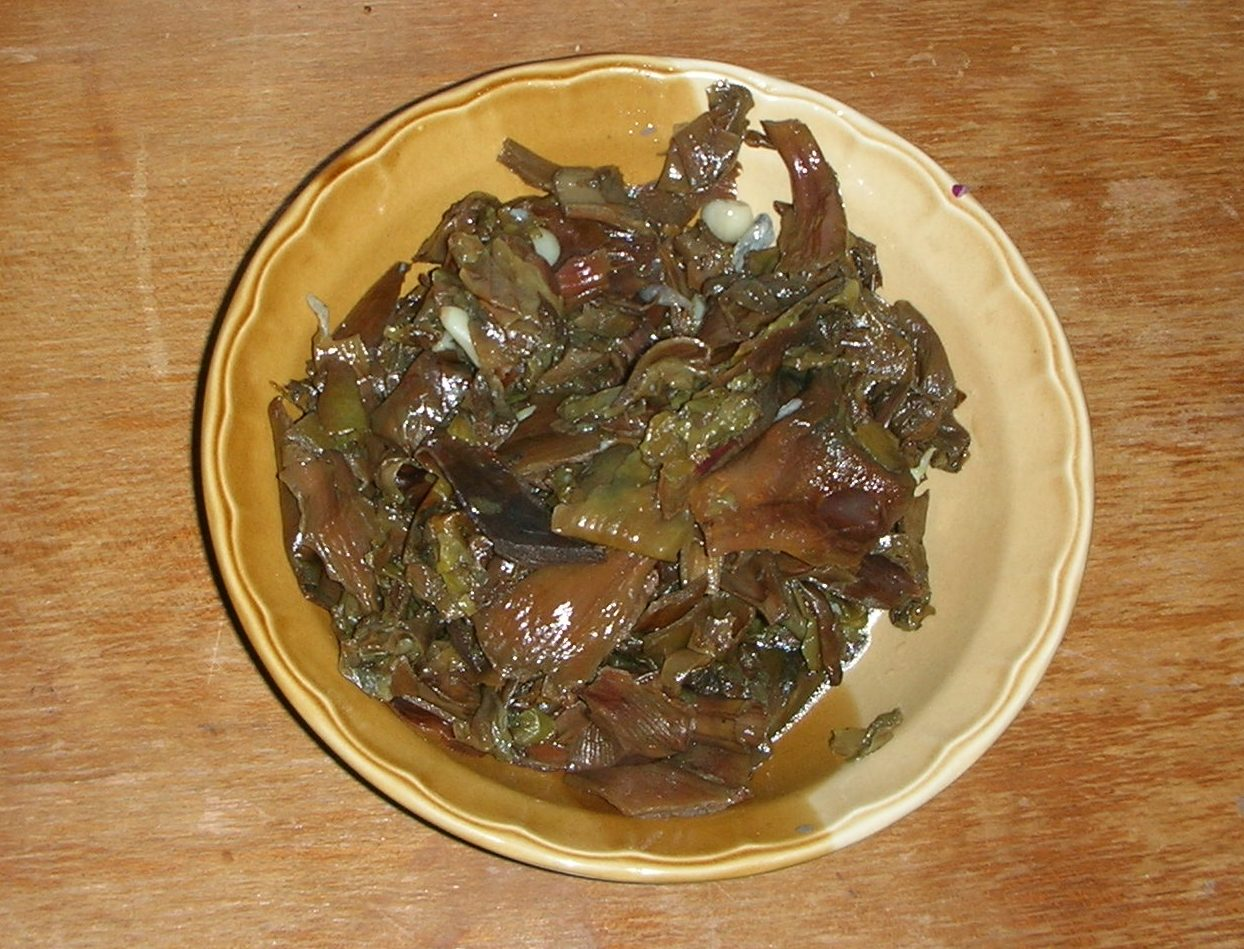
Markhamia stipulata (Syn.: Dolichandrone stipulata) (ähnlich ist Dolichandrone spathacea) (Blüten)
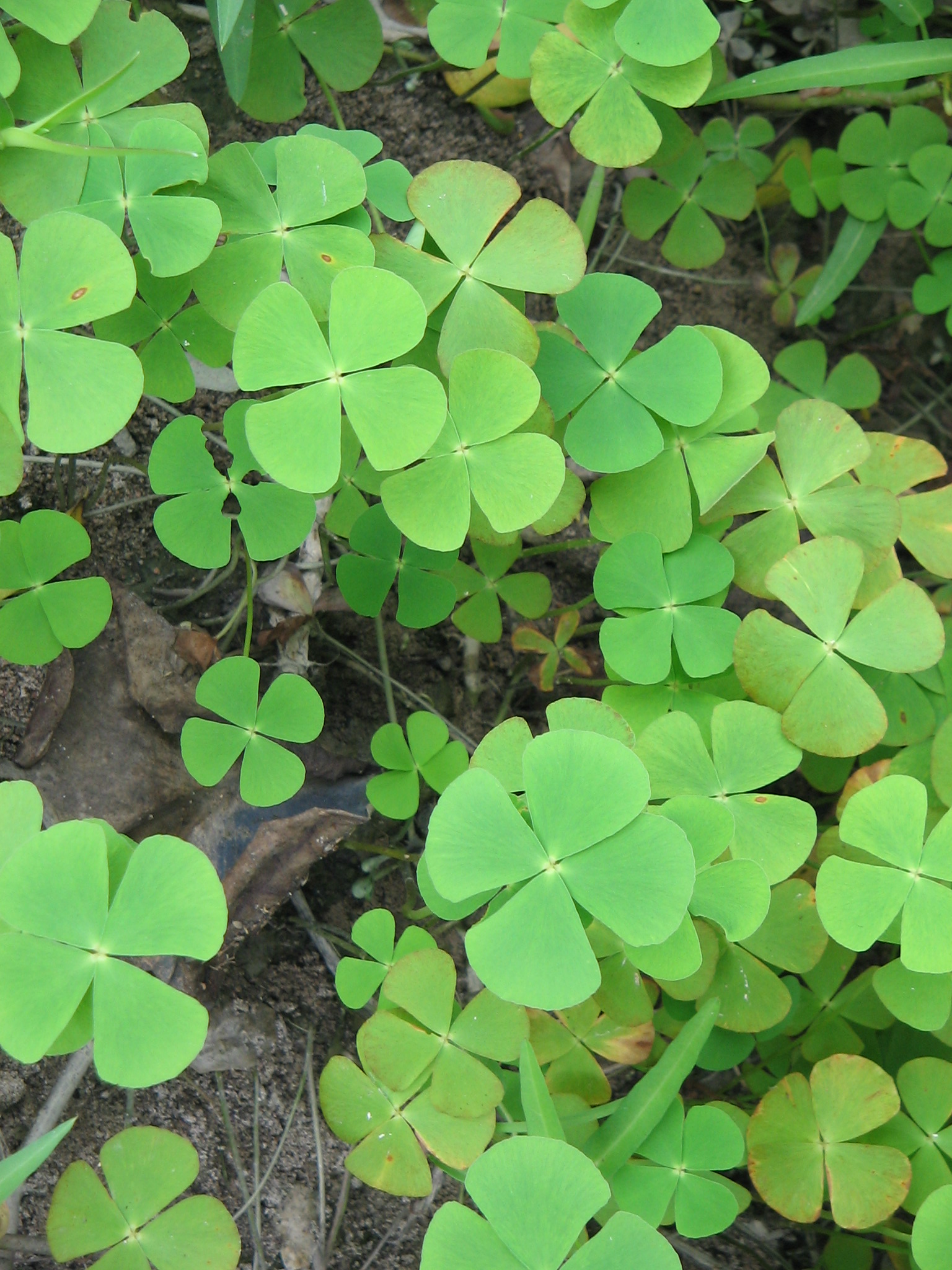
Marsilea crenata
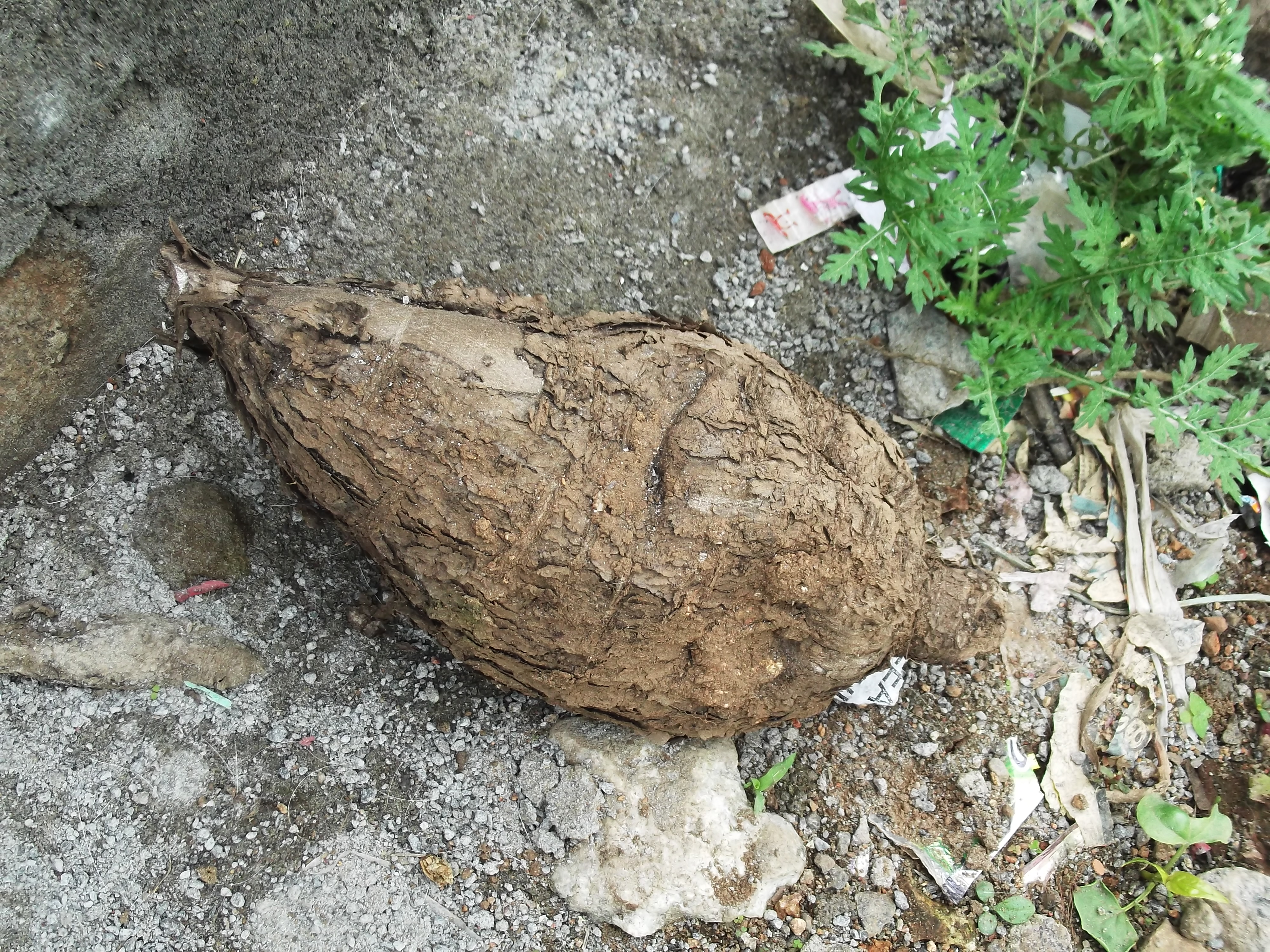
Mauka (Mirabilis expansa, Mirabilis jalapa)
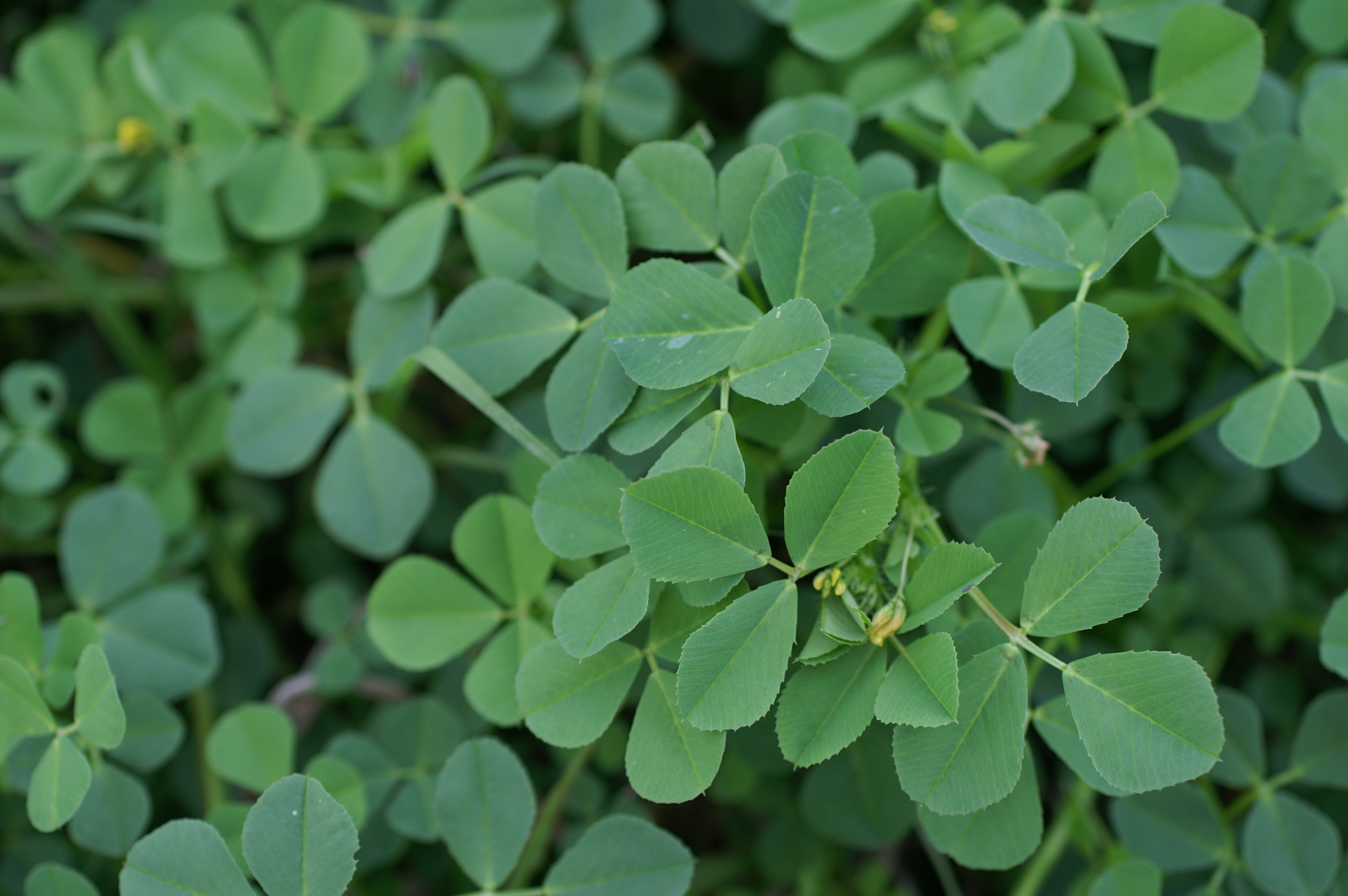
Medicago polymorpha (auch Luzerne)
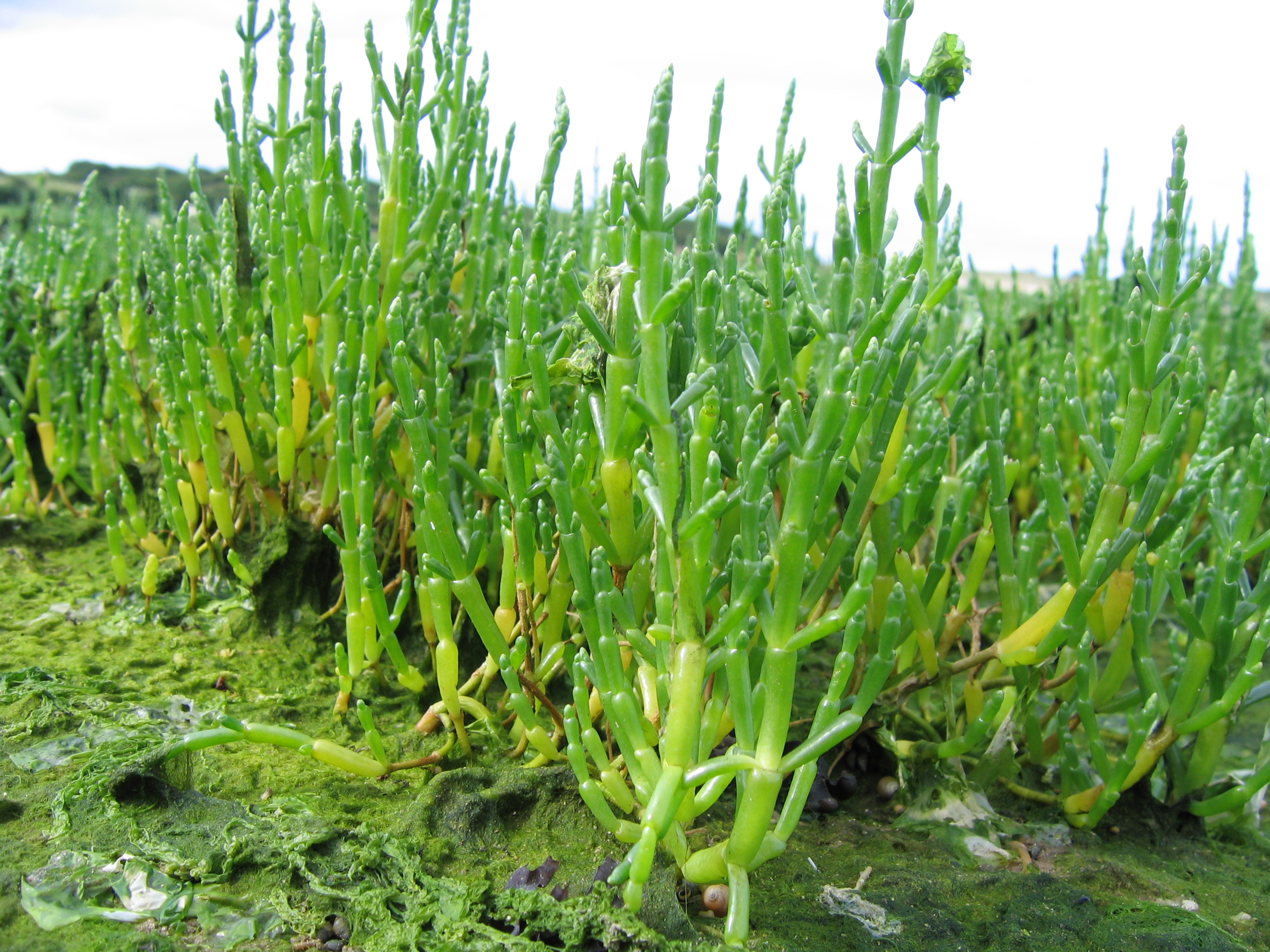
Meerfenchel, Meeresbohne, Meeresspargel (Sea Beans)
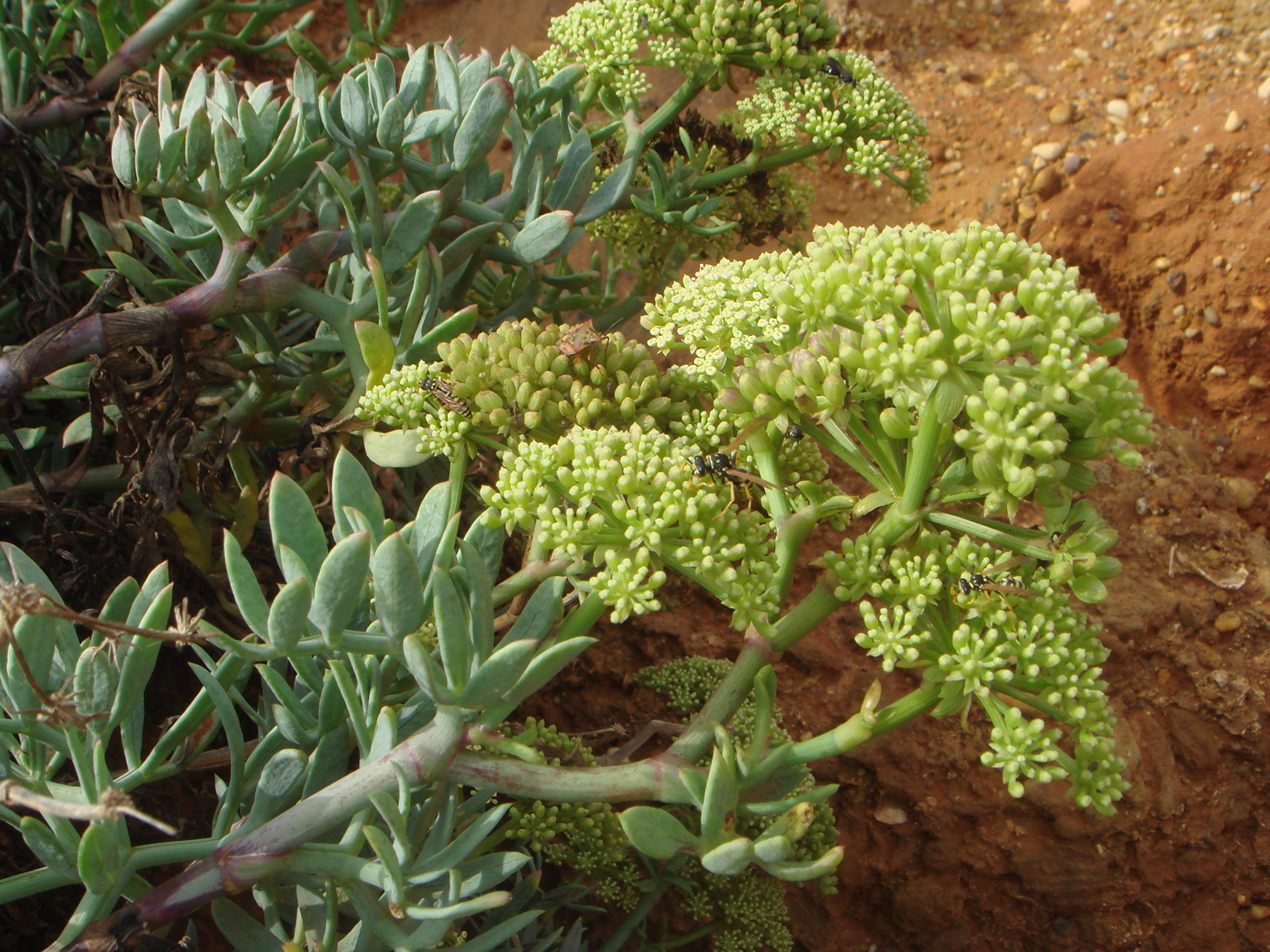
Meeresgemüse (Samphire) (Meerfenchel, Salz-Alant, Blutaparon vermiculare, Tecticornia spp., Sarcocornia spp. und Salty Fingers®)
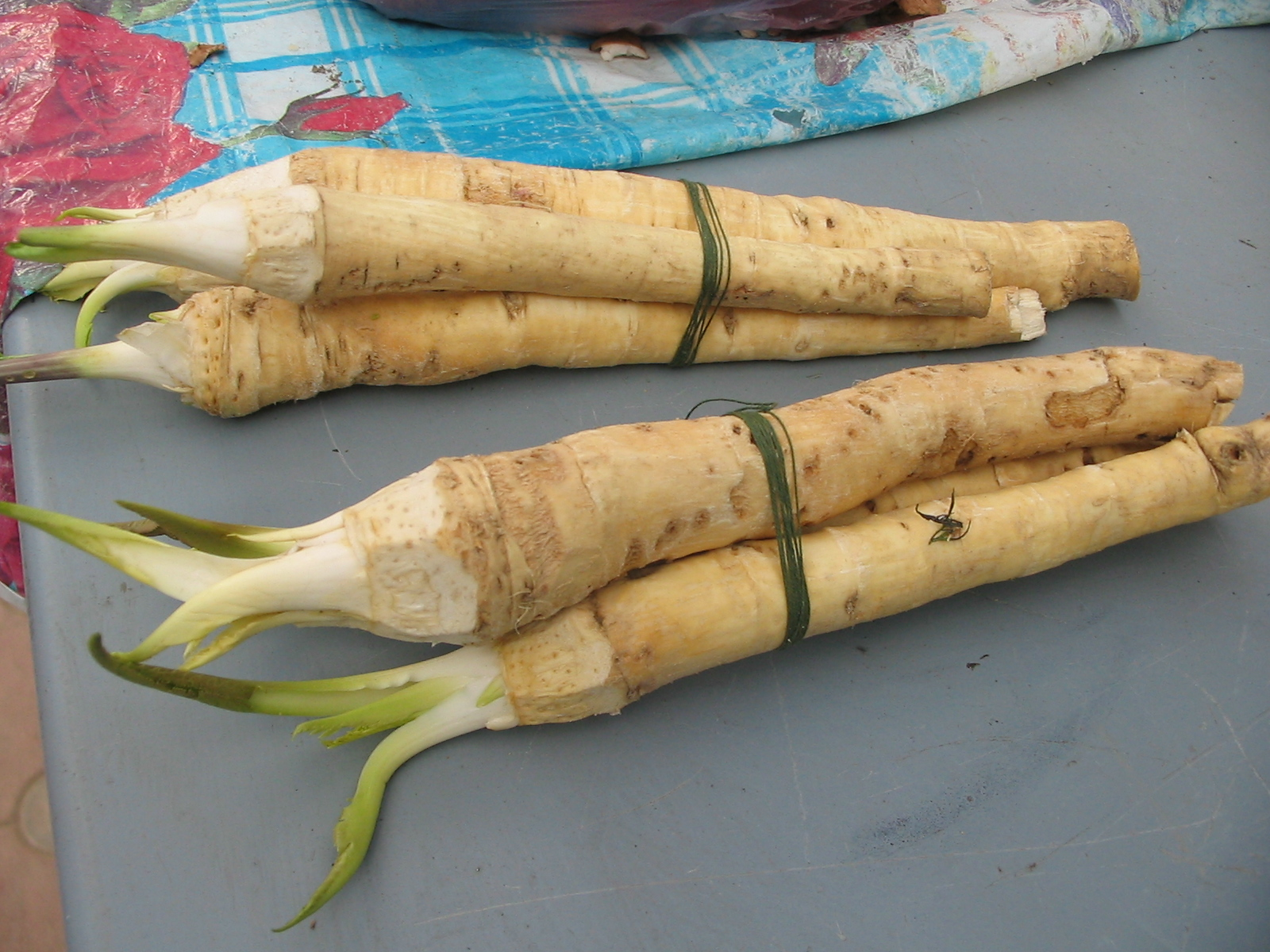
Meerrettich (Kren)
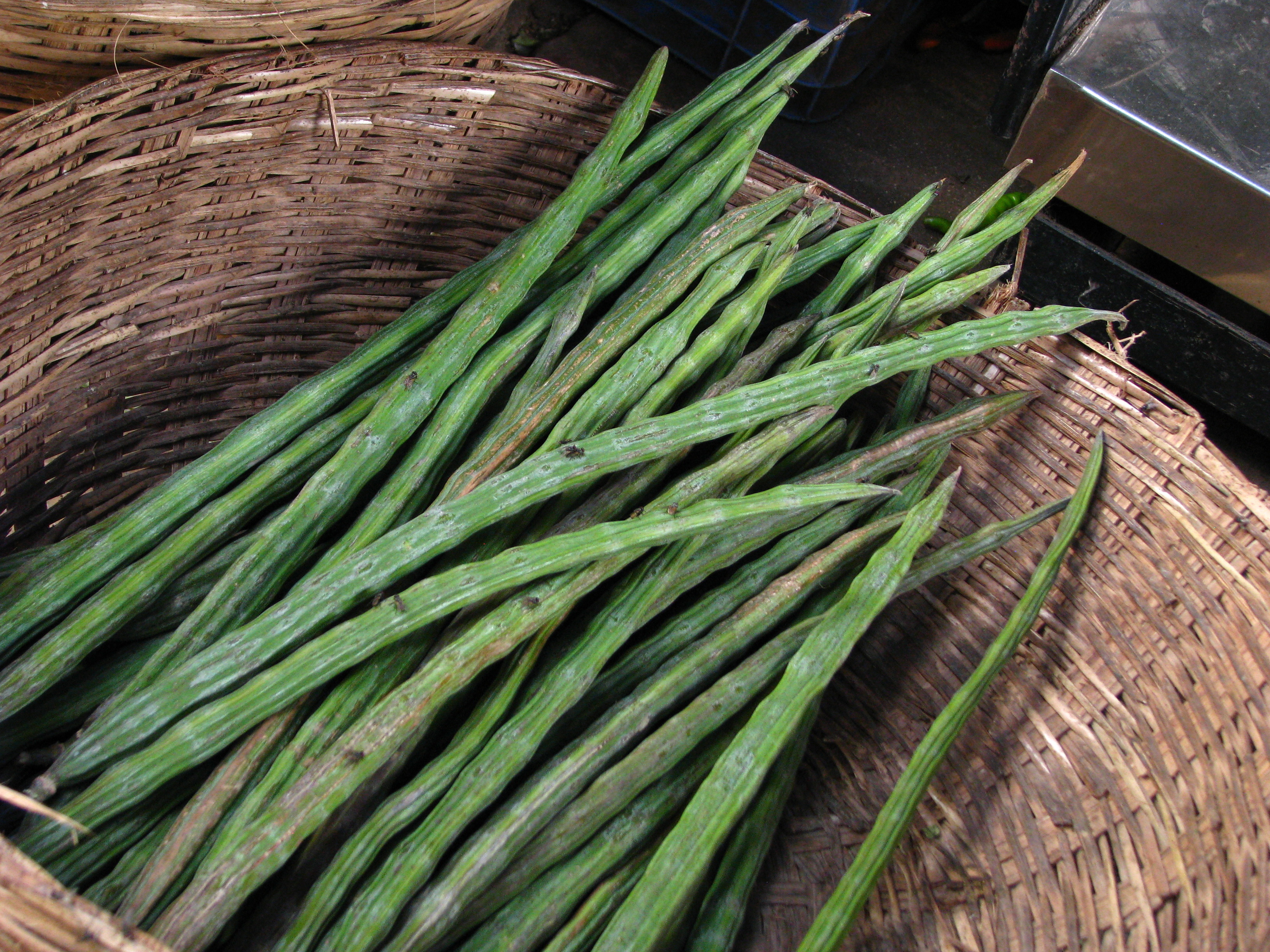
Meerrettichbaum (auch Wurzeln, Blätter und Blüten werden genutzt)
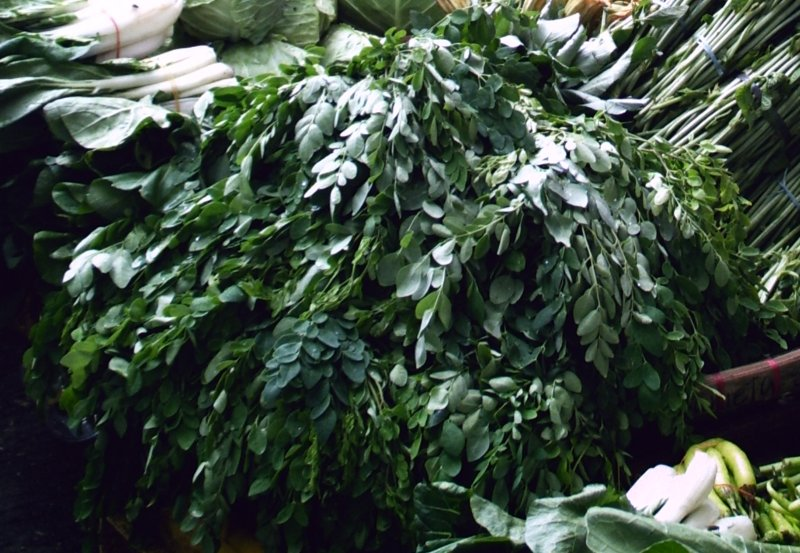
Blätter des Merrettichbaums
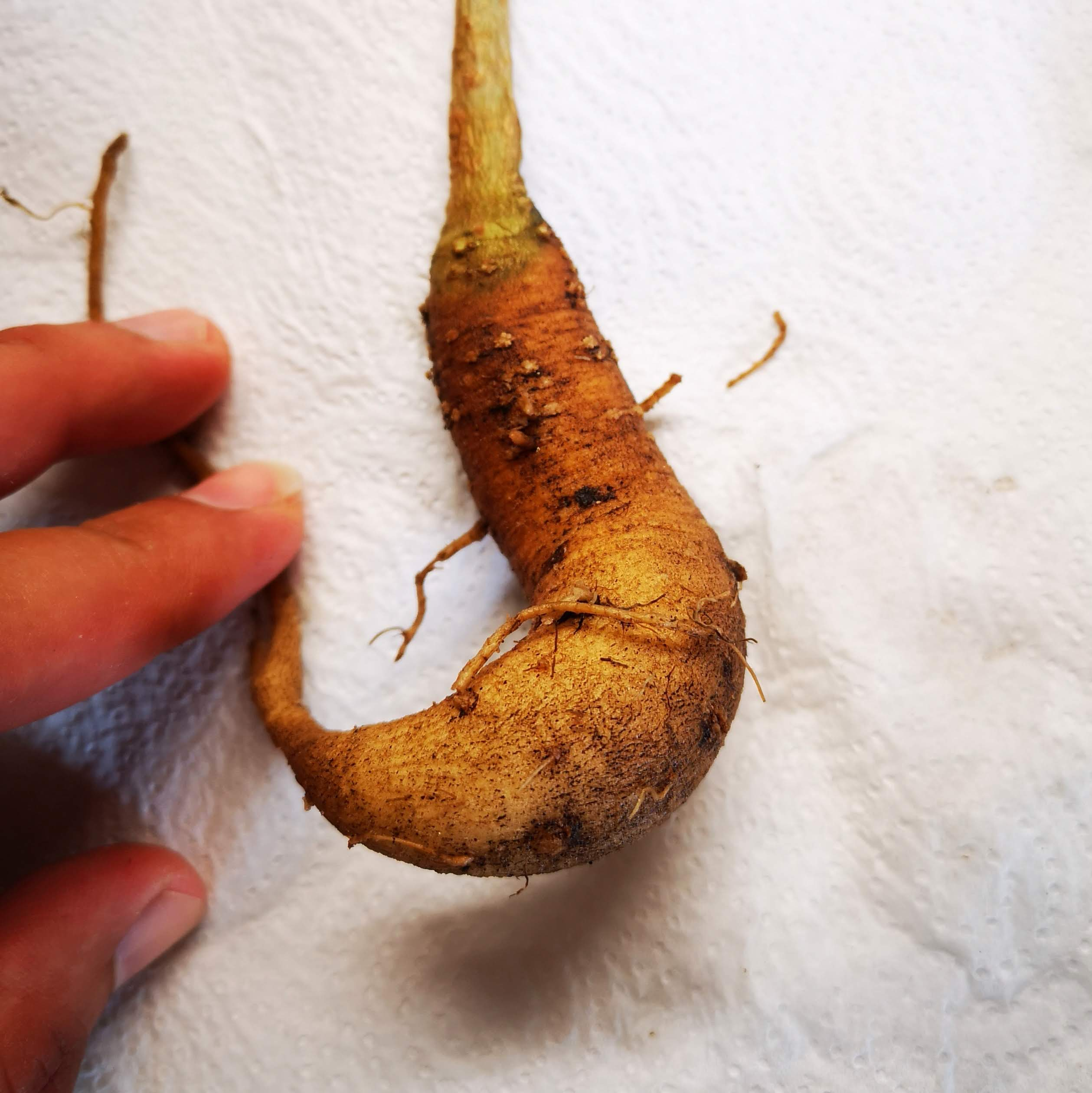
Wurzel des Meerettichbaums
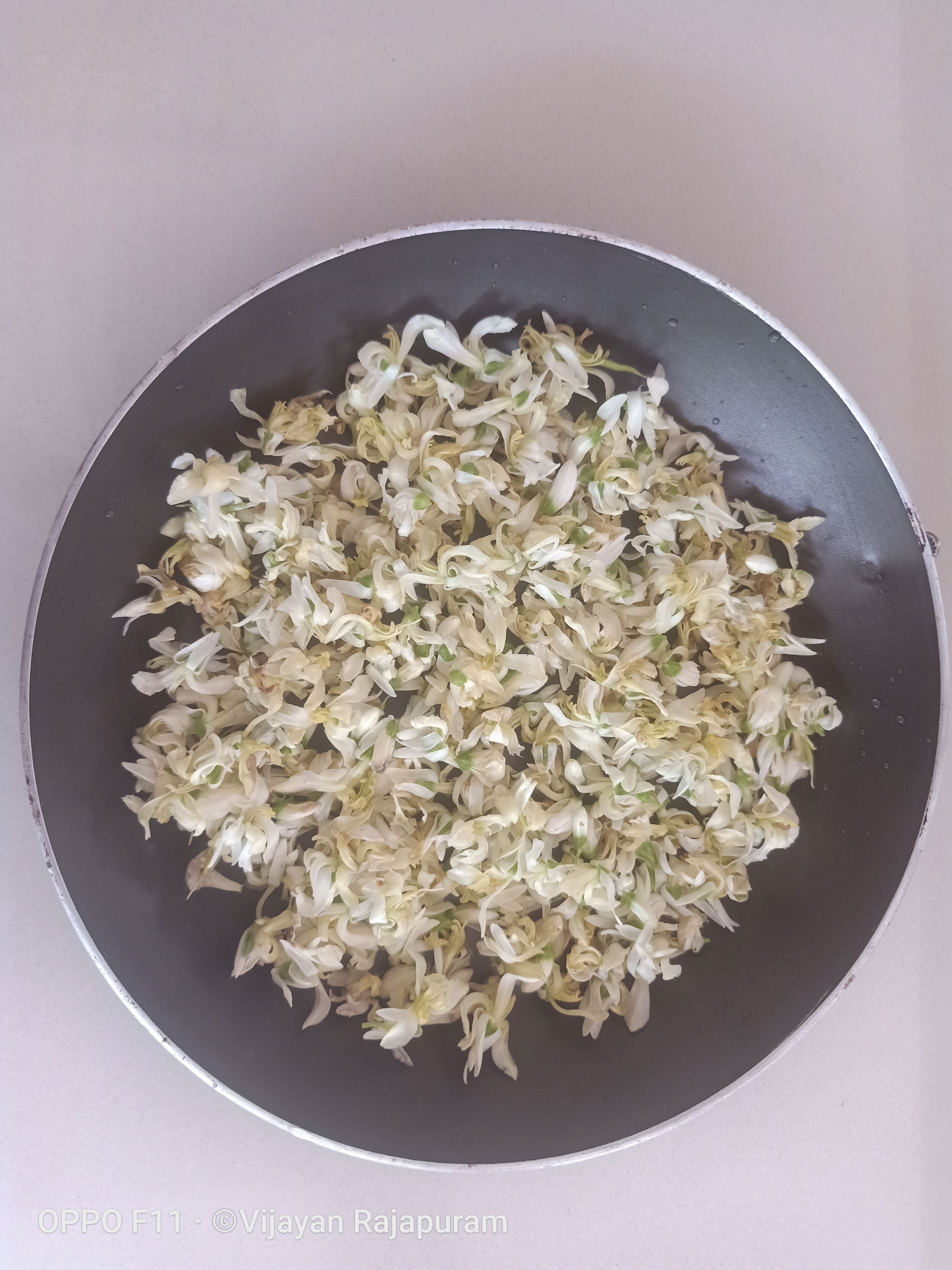
Blüten des Merrettichbaums
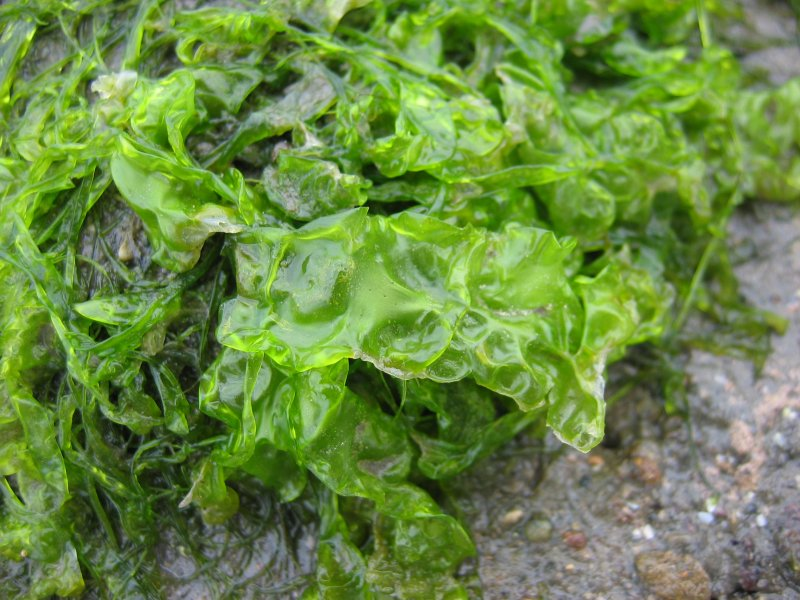
Meersalat
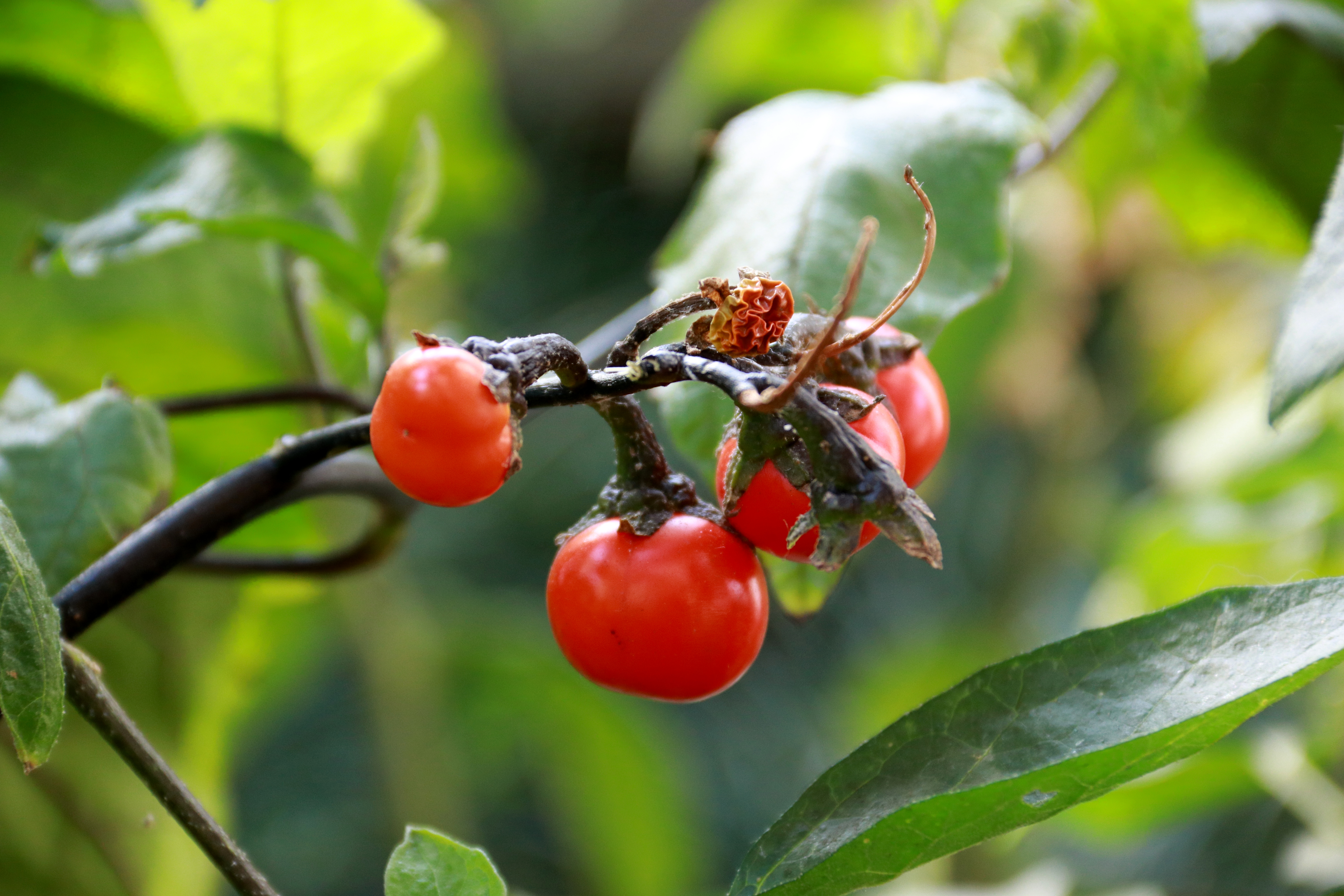
Menschenfressertomate
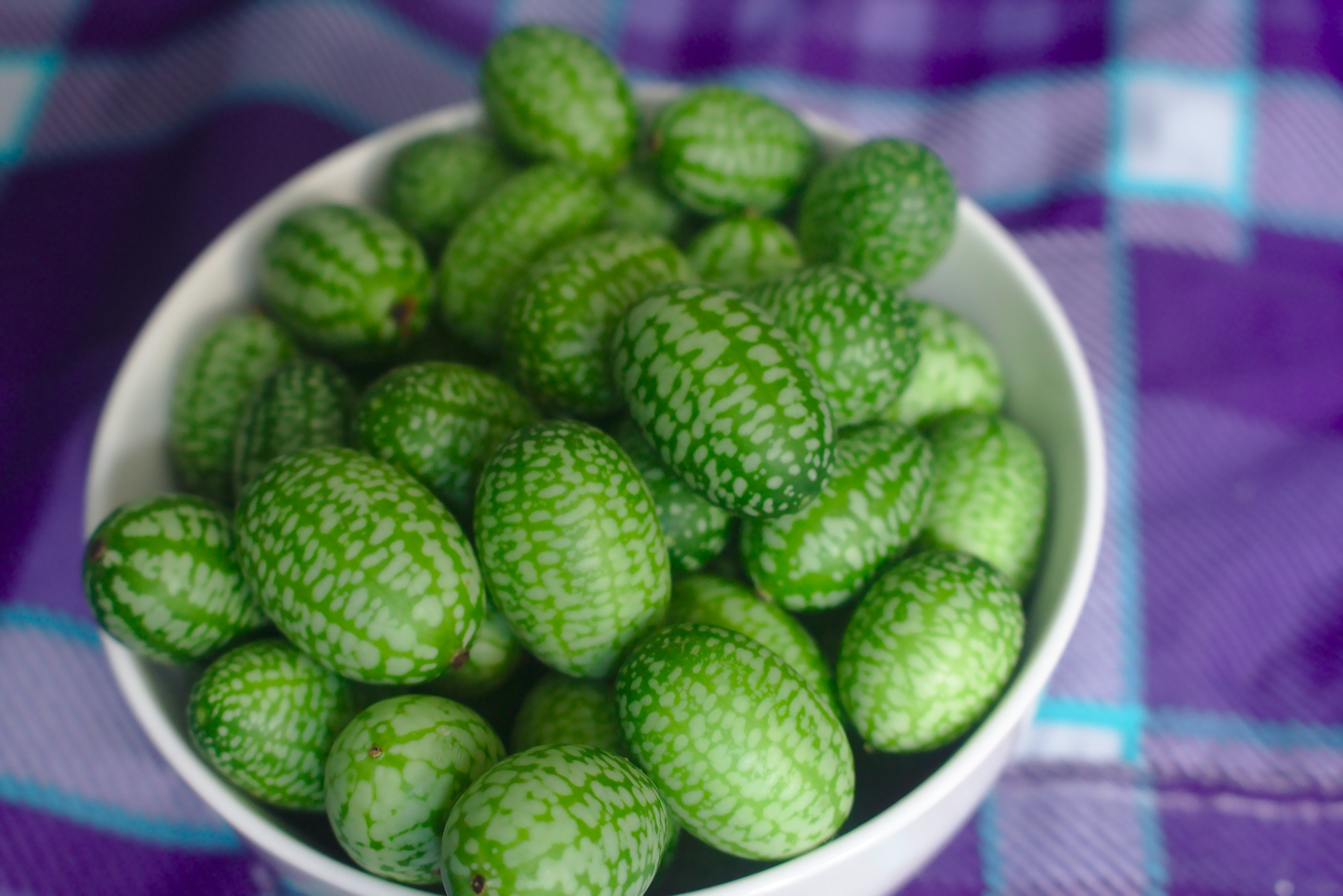
Mexikanische Minigurke
Mibuna (Brassica rapa var. laciniifolia subvar. oblanceolata)
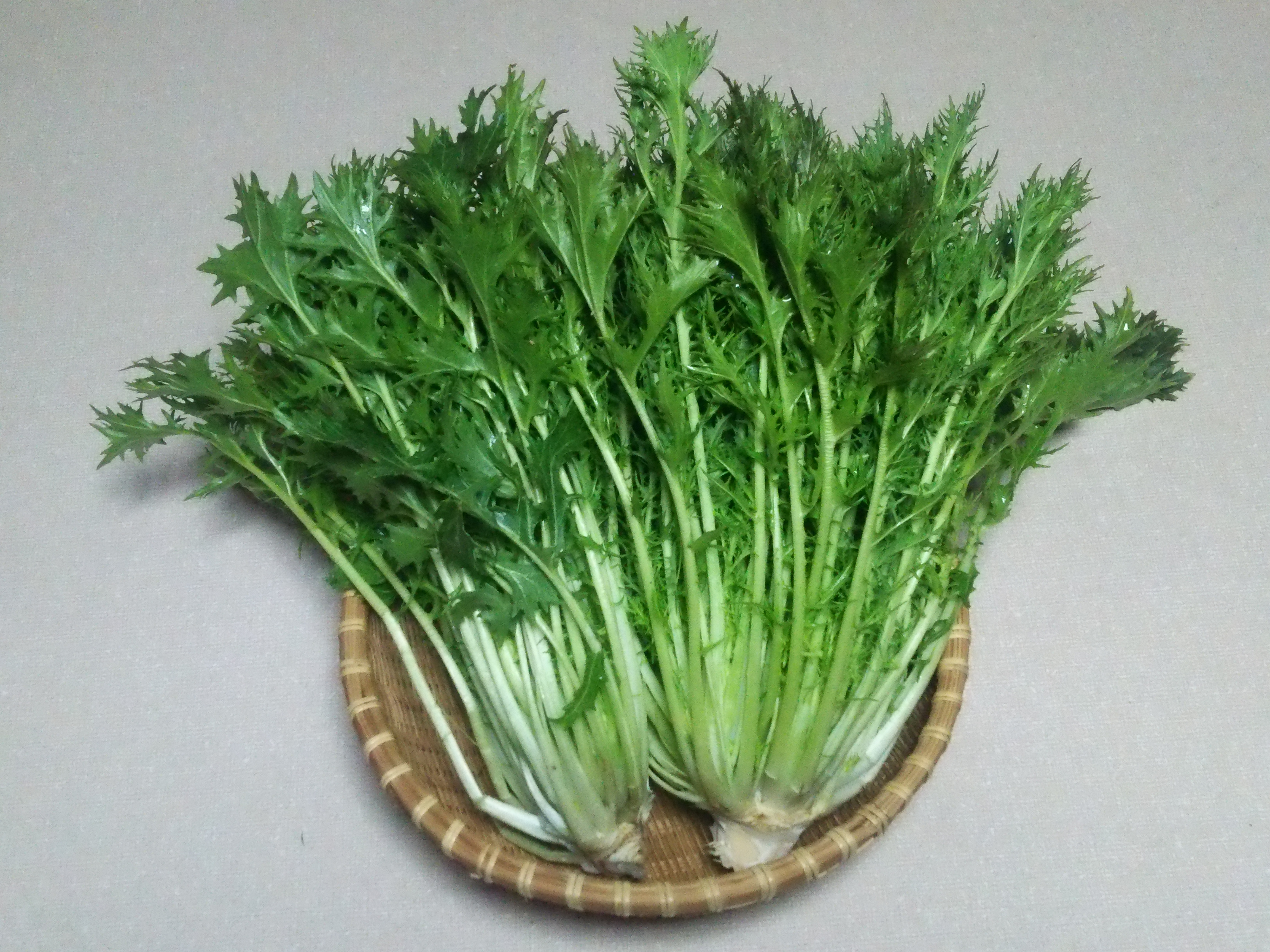
Mizuna (Brassica rapa subsp. nipposinica)
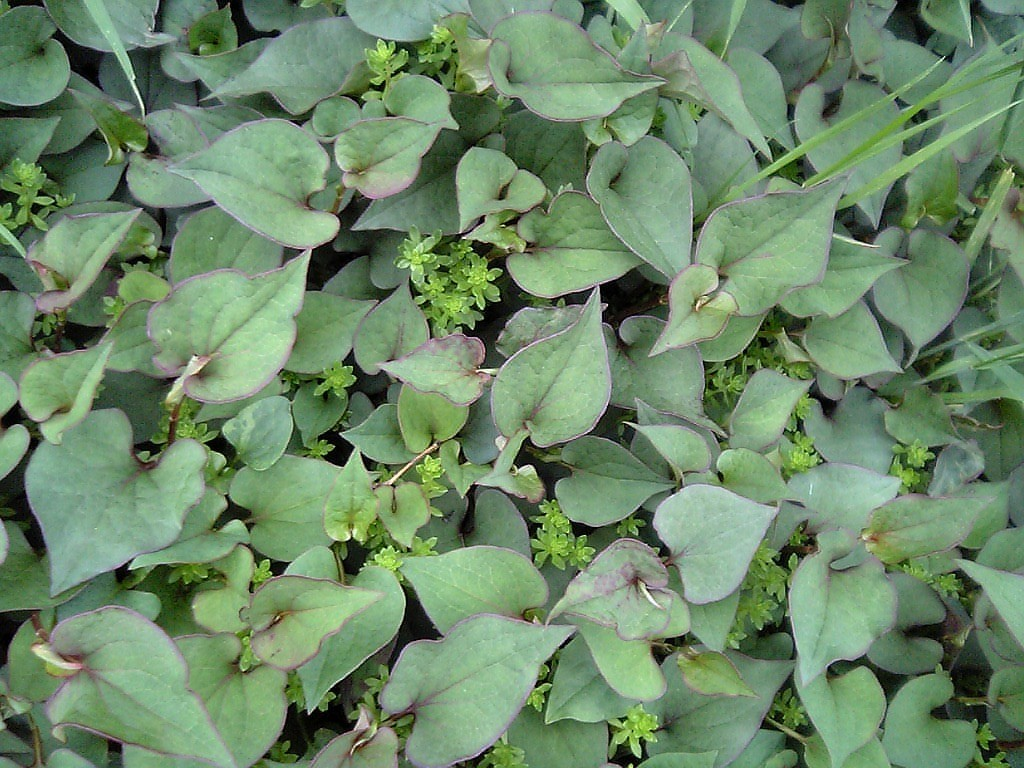
Molchschwanz (junge Sprossen und Wurzeln)
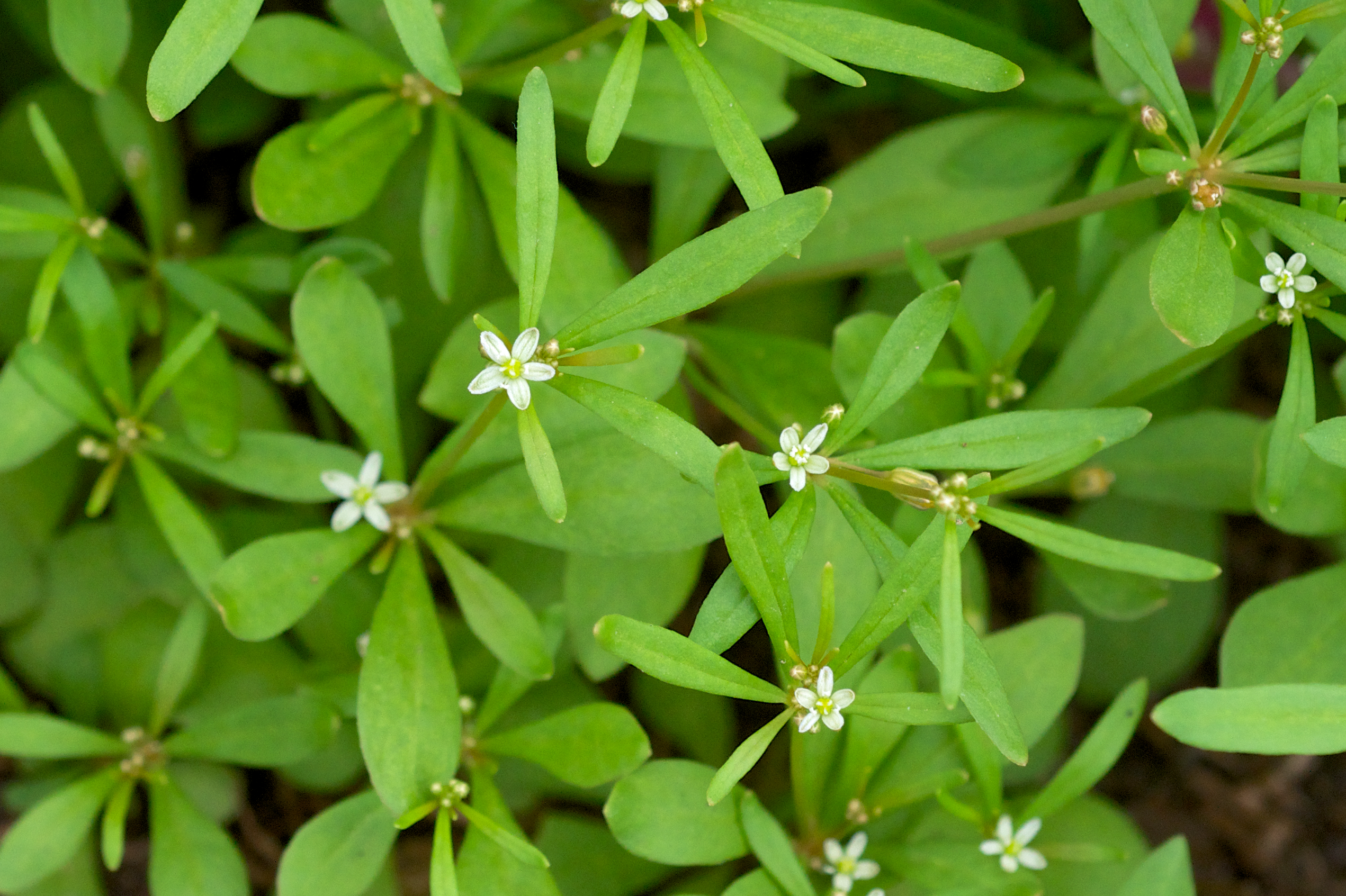
Mollugo verticillata
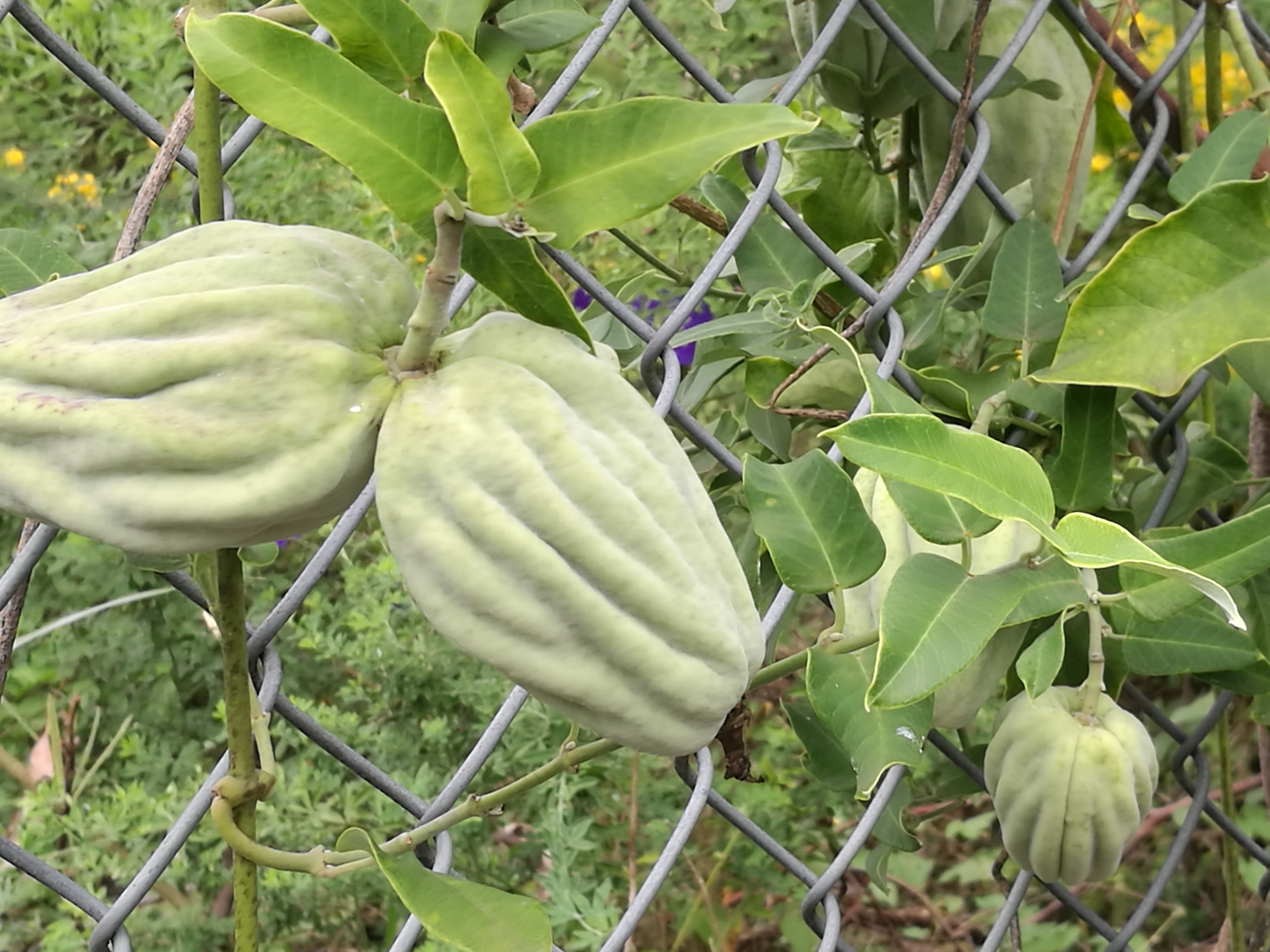
Doca, Tasi (Araujia odorata Syn.: Morrenia odorata, Araujia brachystephana Syn.: Morrenia brachystephana) (ähnliches Bild)
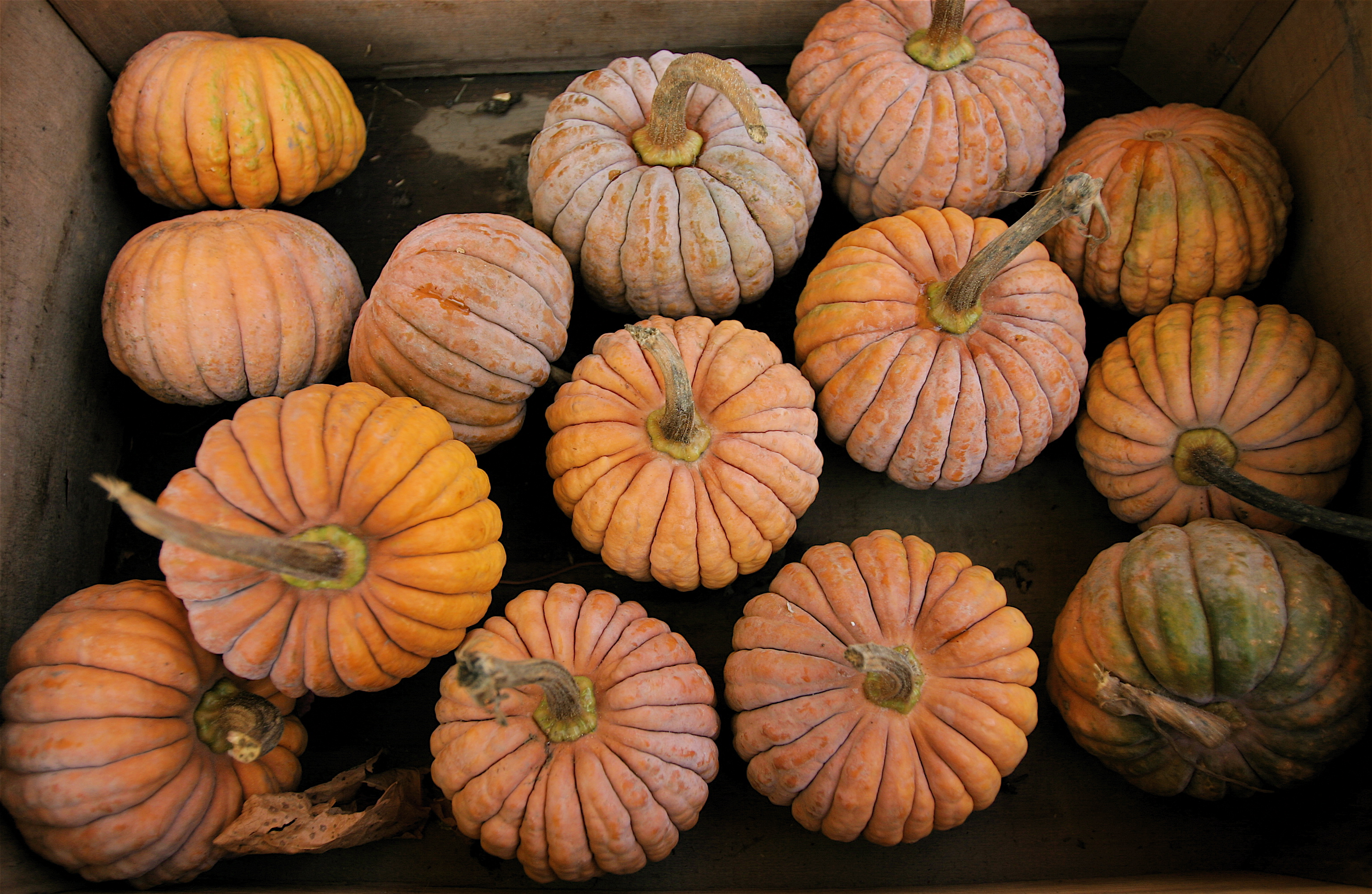
Moschus-Kürbis (auch die Blüten und Blätter werden gegessen)
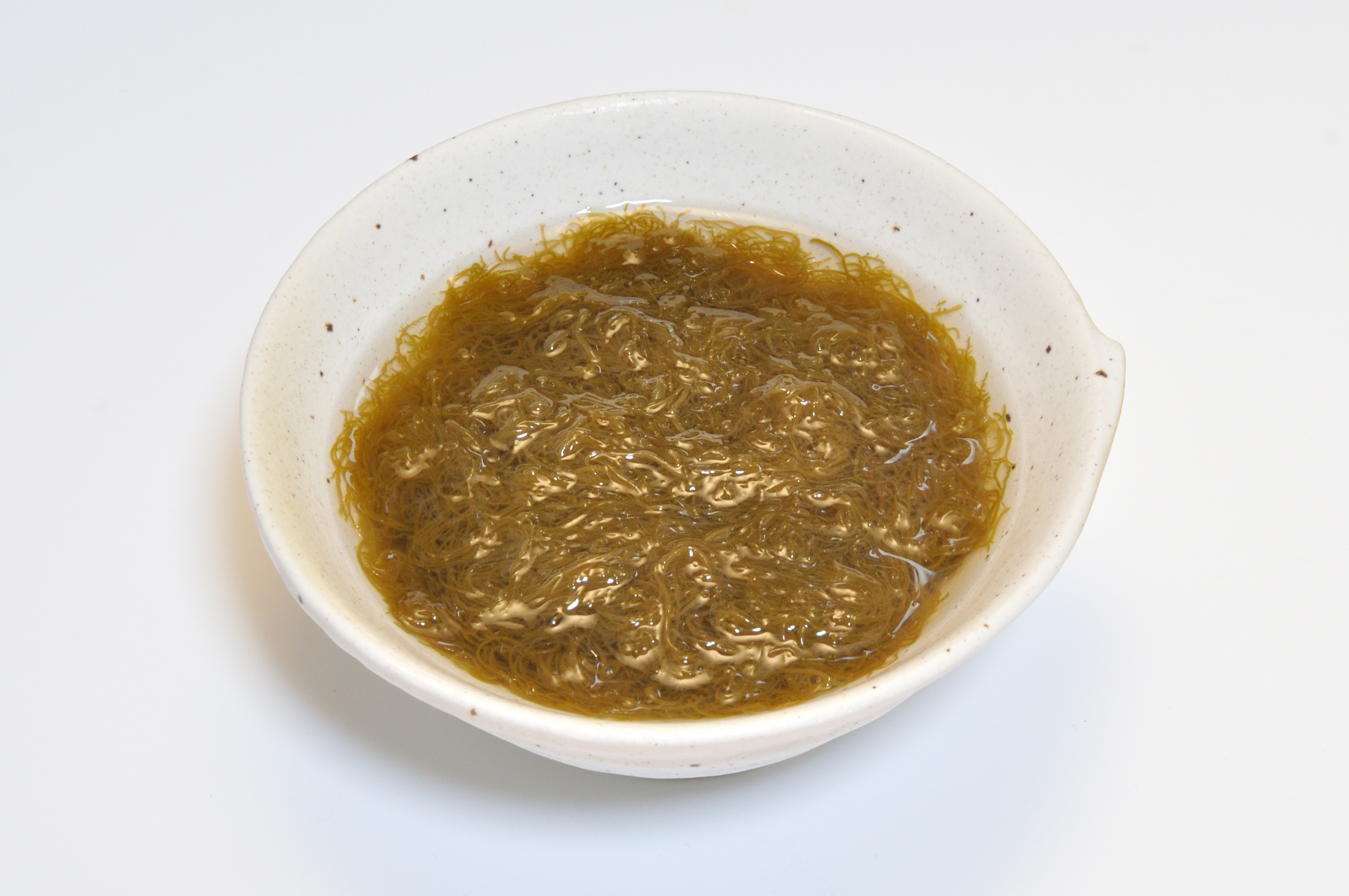
Mozuku (verwandt sind Undaria-Algen)
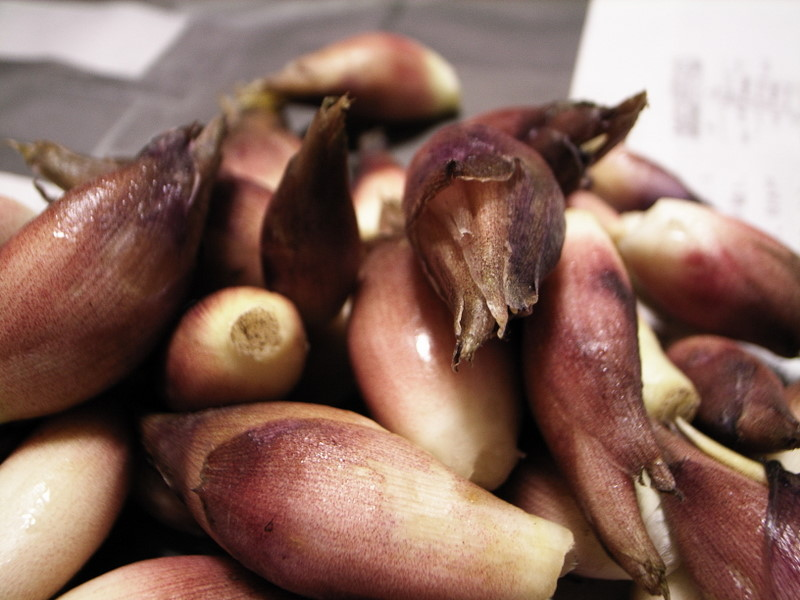
Myoga (Japanischer Ingwer)
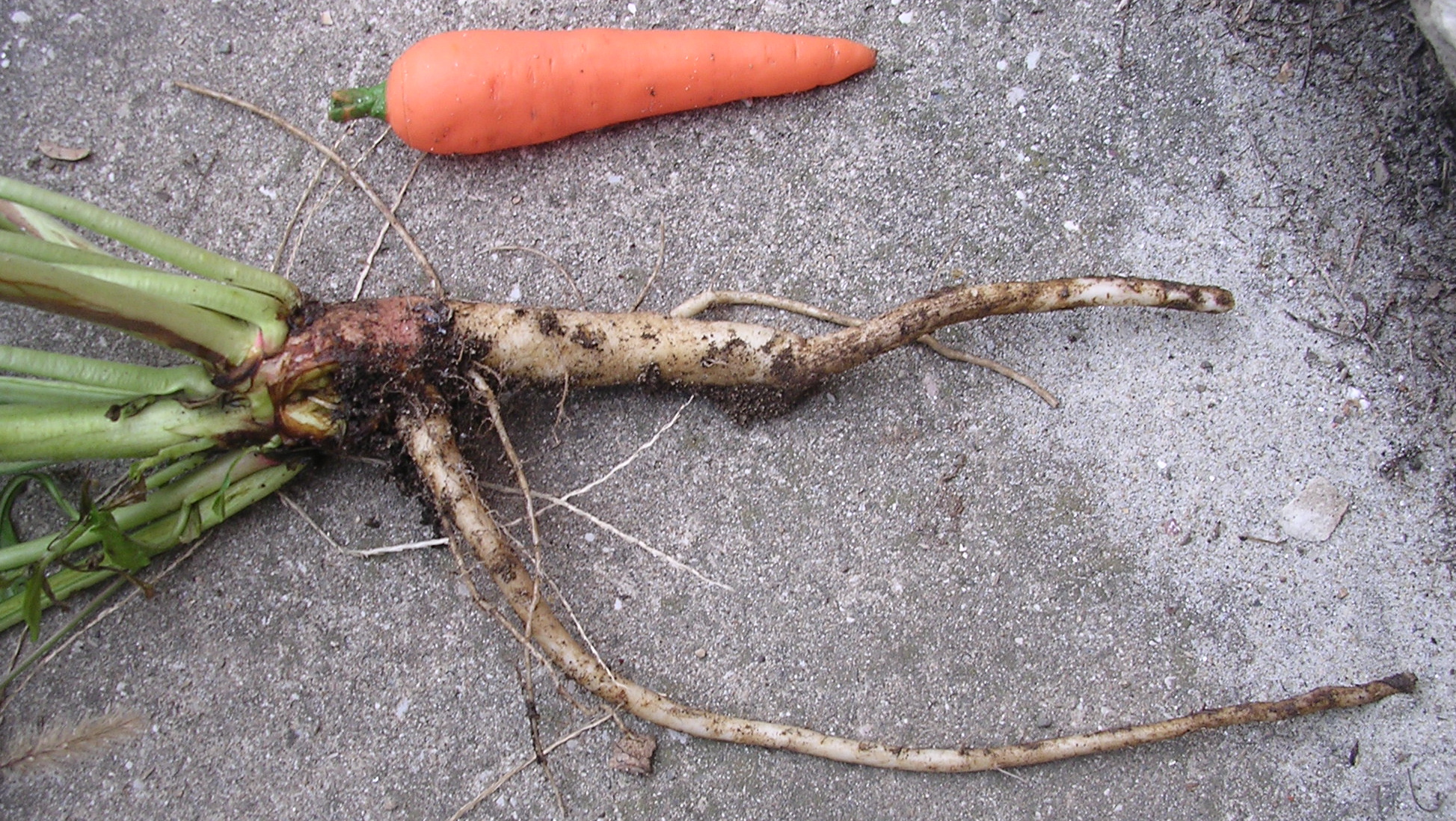
Nachtkerze (Rotkelchige Nachtkerze, Gemeine Nachtkerze)
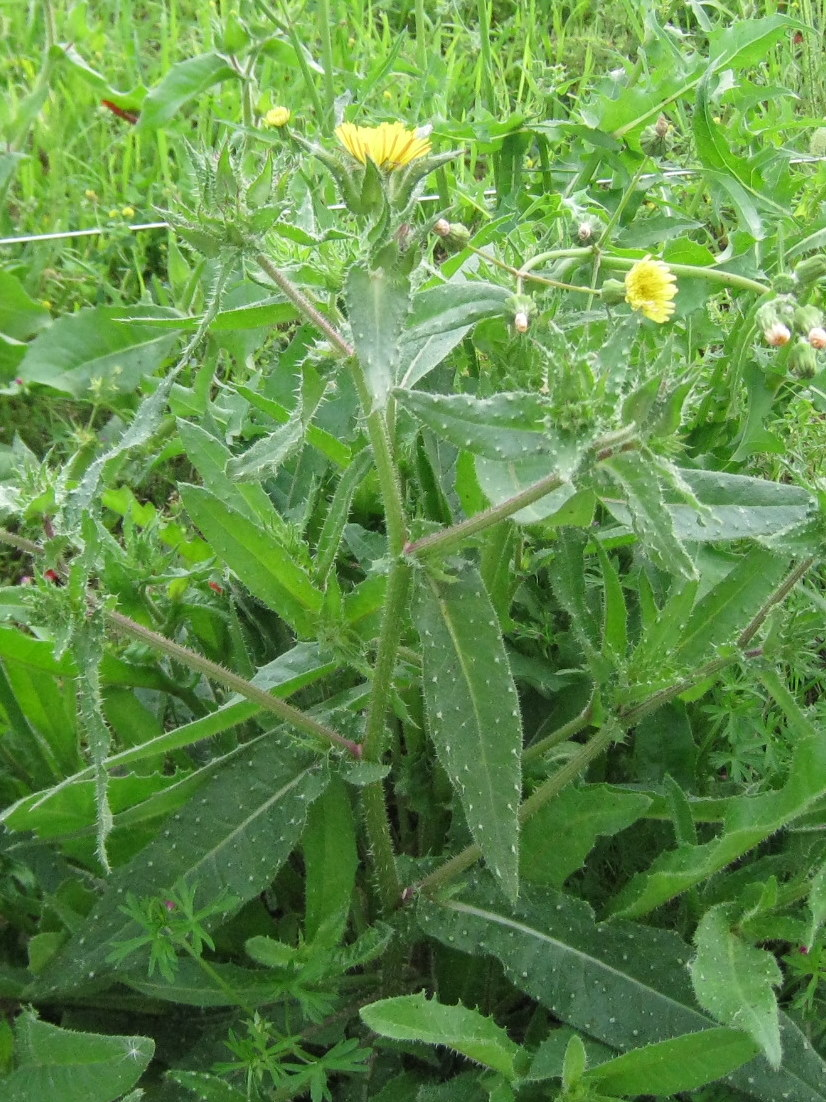
Natternkopf-Wurmlattich
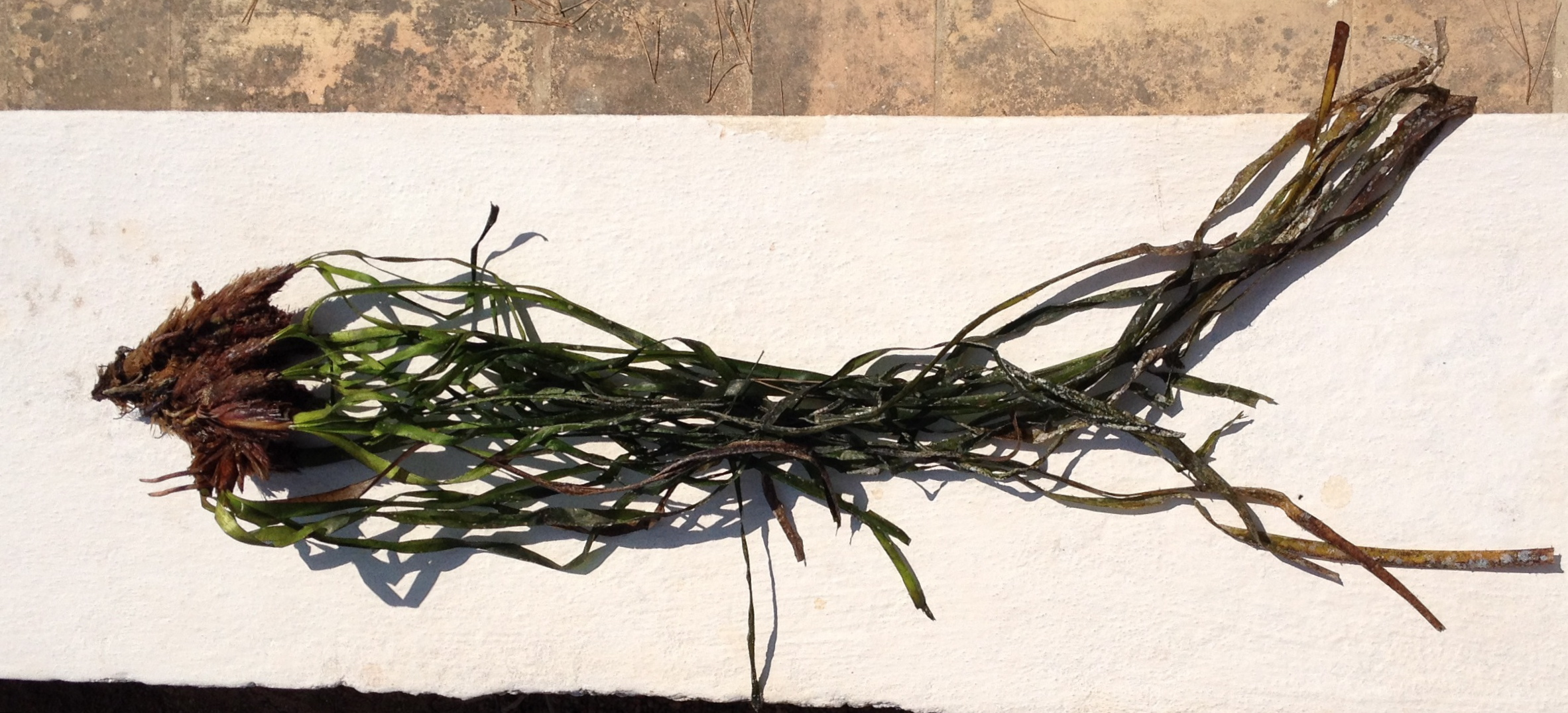
Neptungras (unterer, basaler Teil)
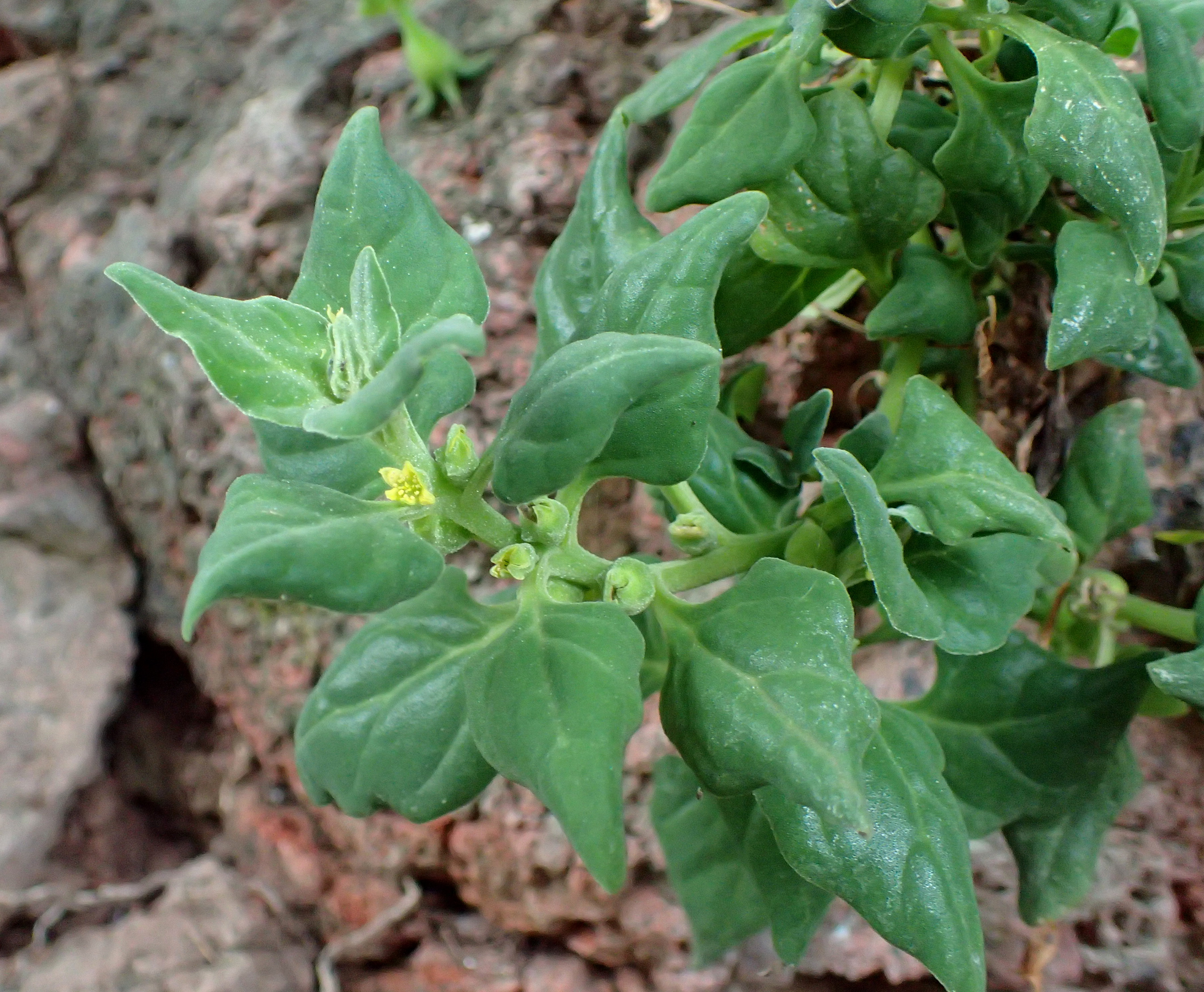
Neuseeländer Spinat
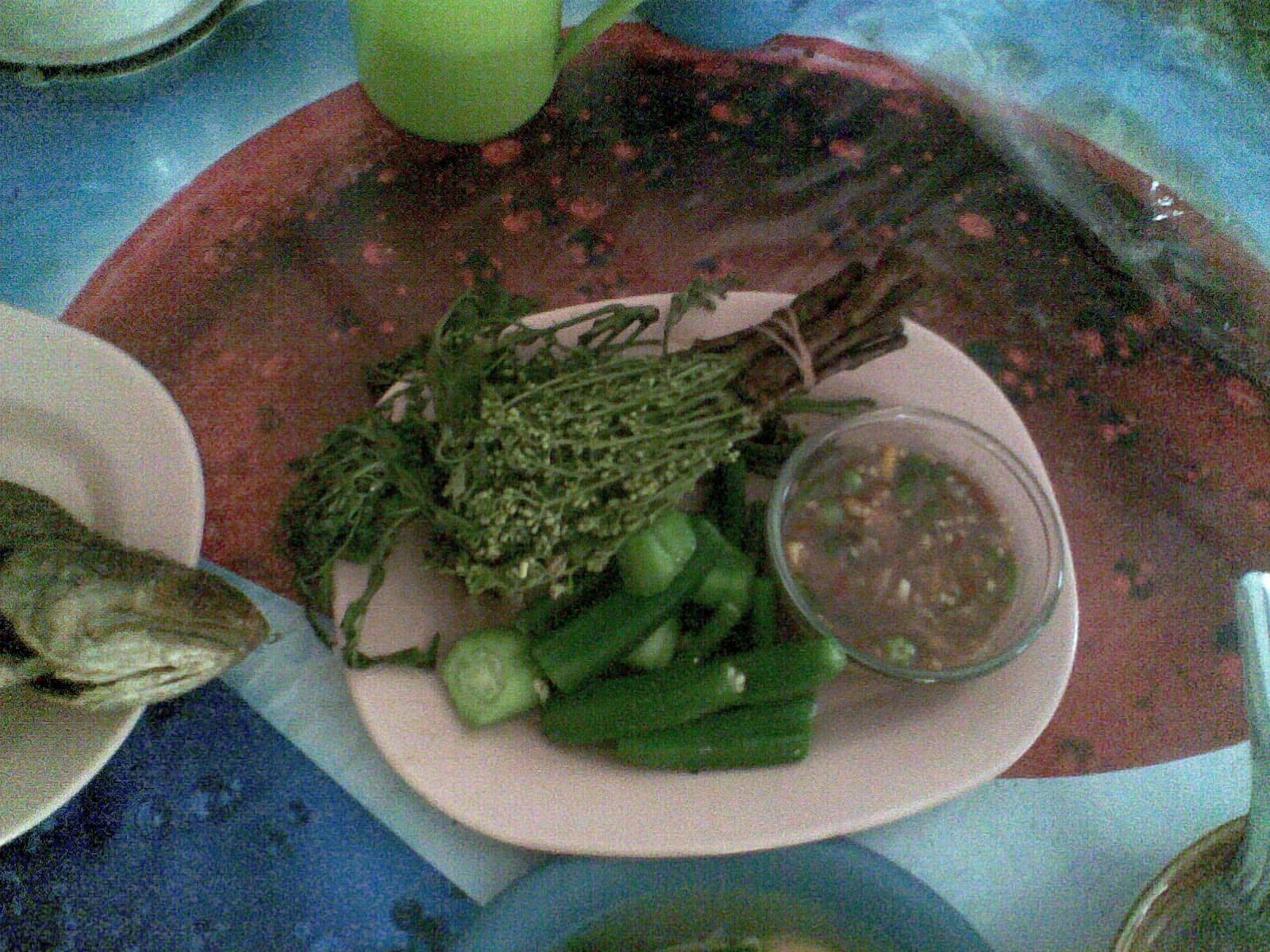
Niembaum (Blätter und Blüten)
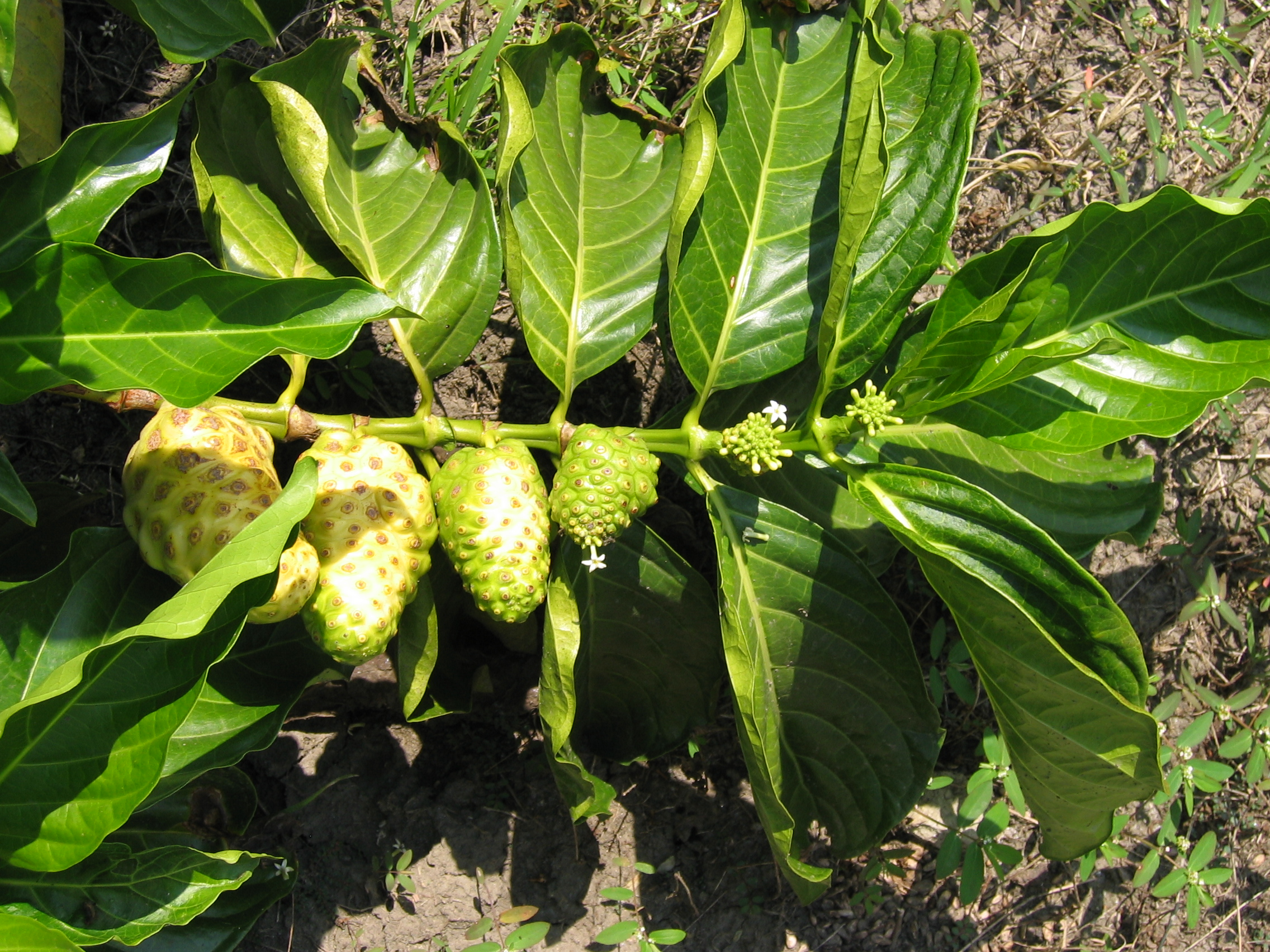
Noni (junge Blätter und Triebe)
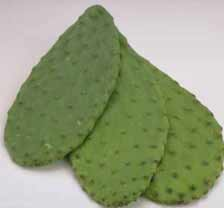
Nopales
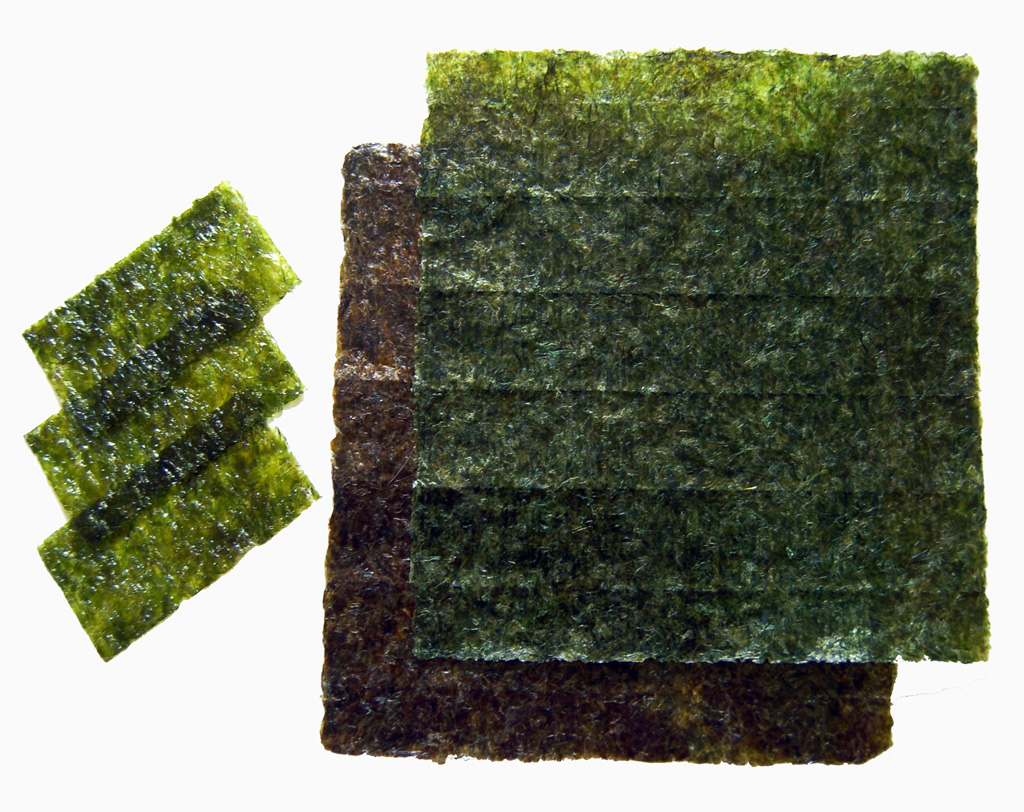
Nori
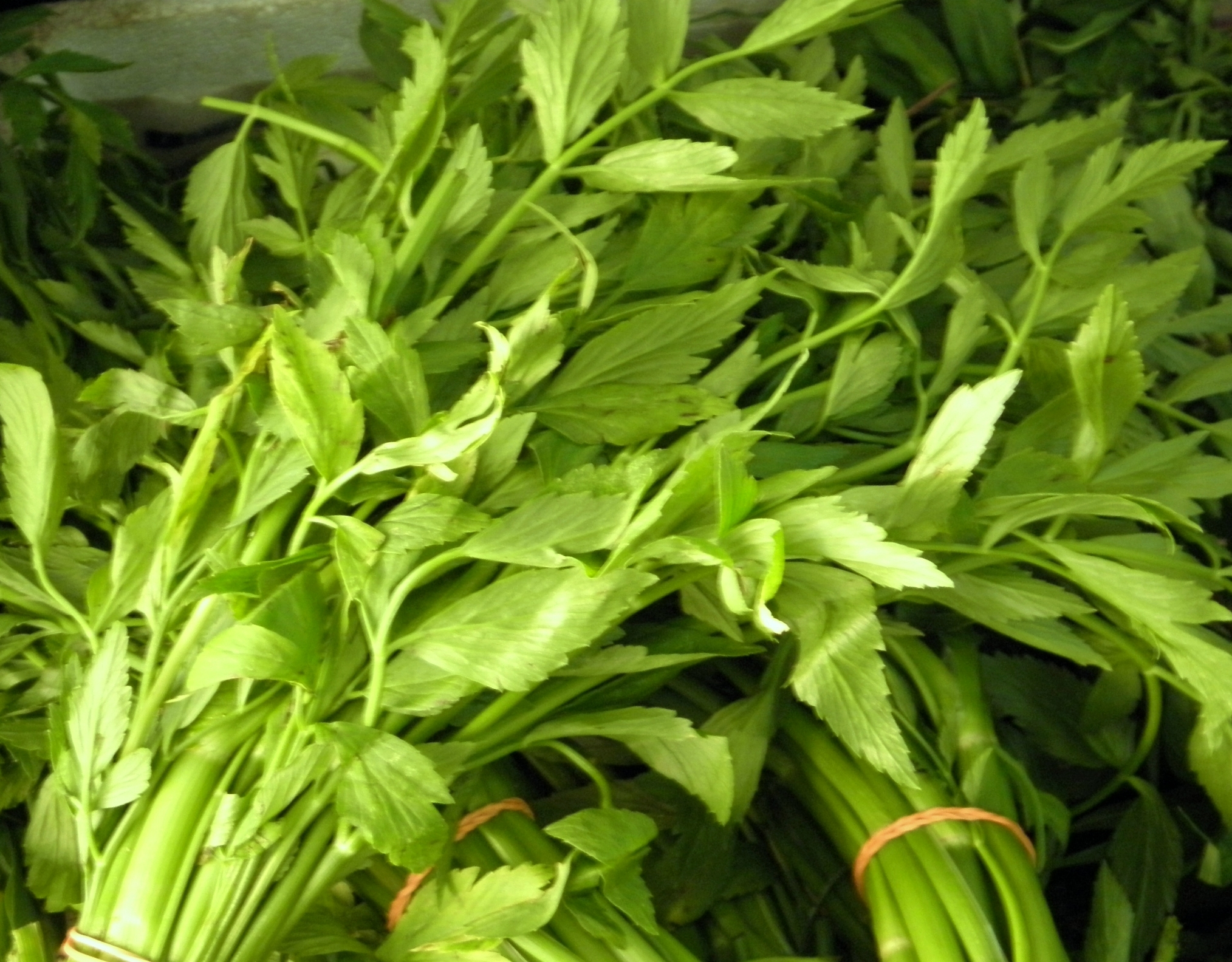
Oenanthe javanica (Koreanische Petersilie) (junge Blätter und Pflanzen sowie Wurzeln)
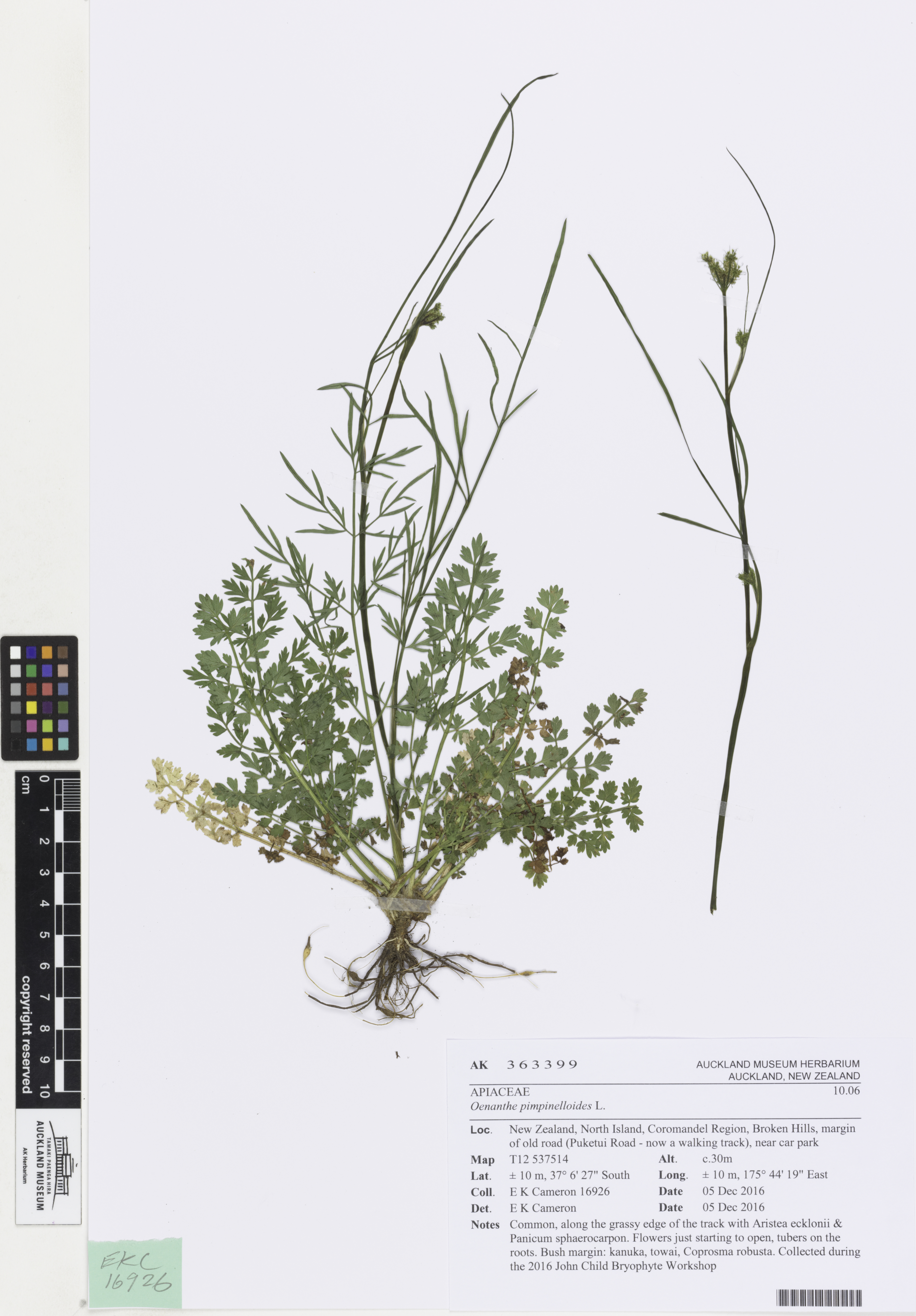
Oenanthe pimpinelloides (die kleinen, weißen Knollen, Wurzel werden verwendet)
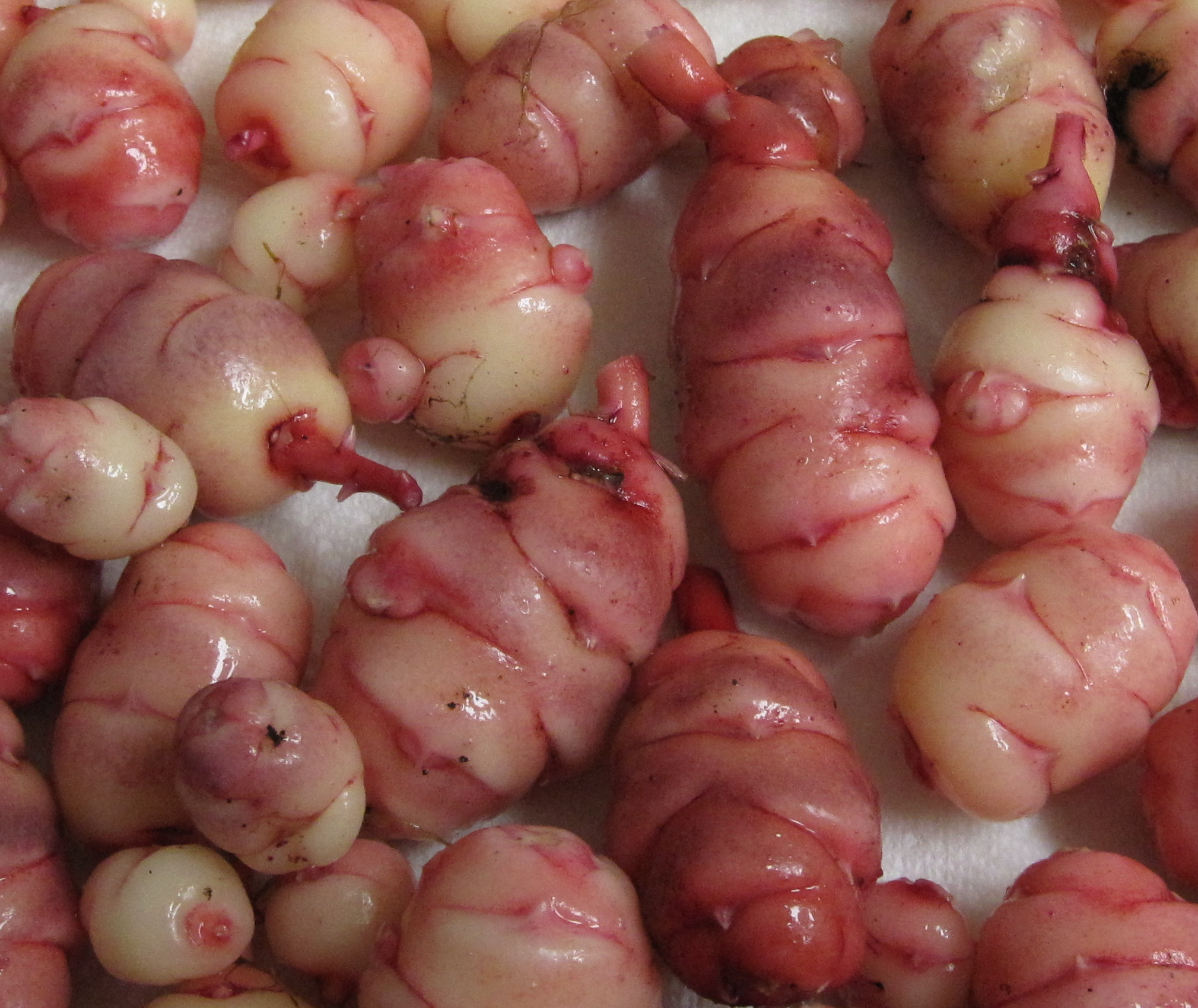
Oka
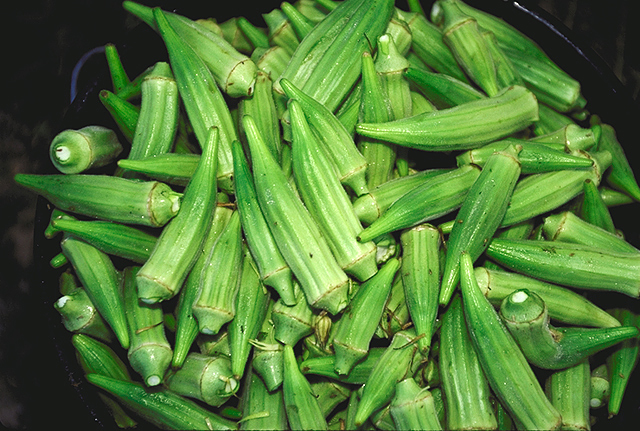
Okra (auch Abelmoschus caillei, Abelmoschus moschatus) (junge Früchte und Blätter) (Abelmoschus manihot; hier nur junge Sprossen und Blätter)
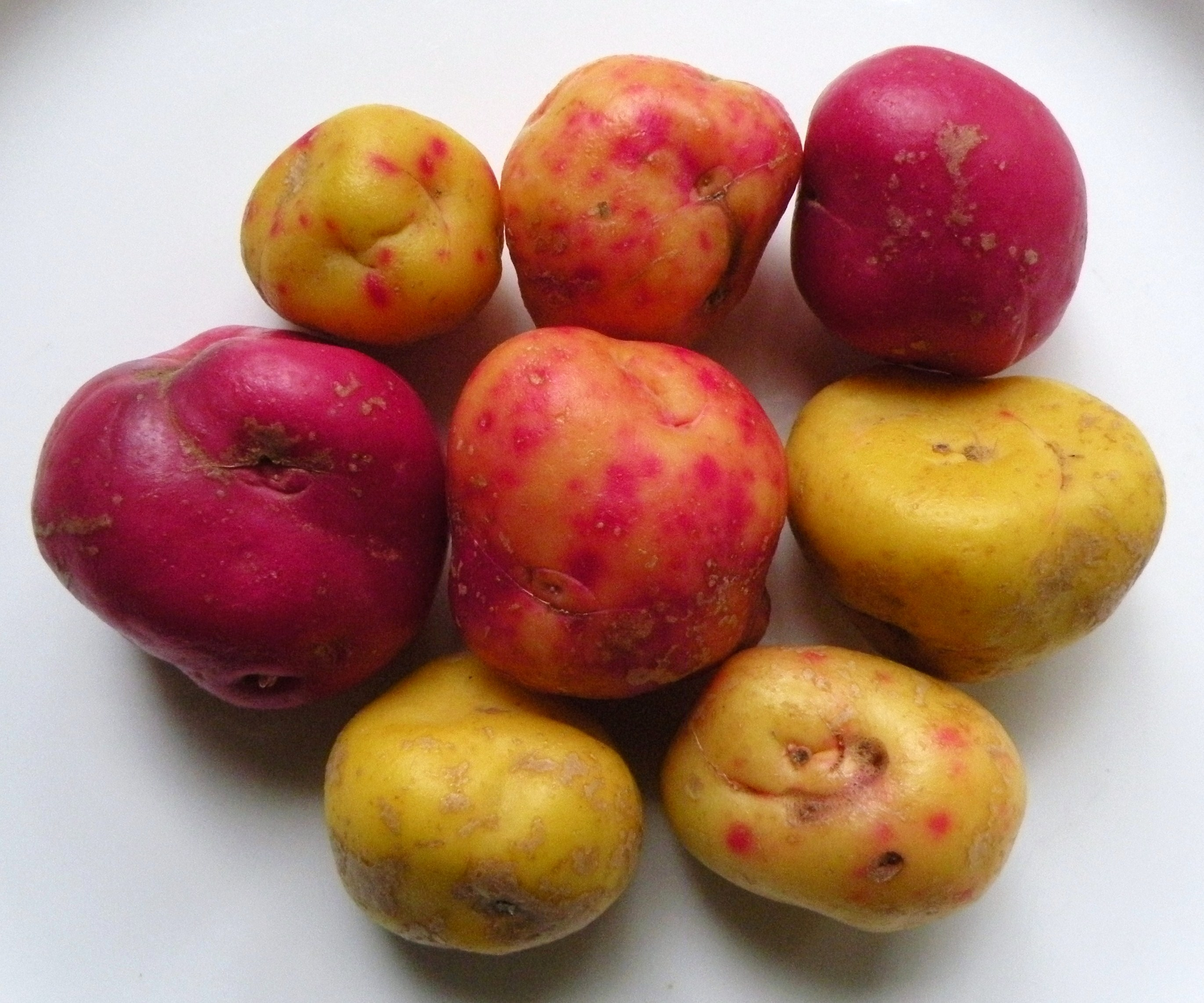
Olluco
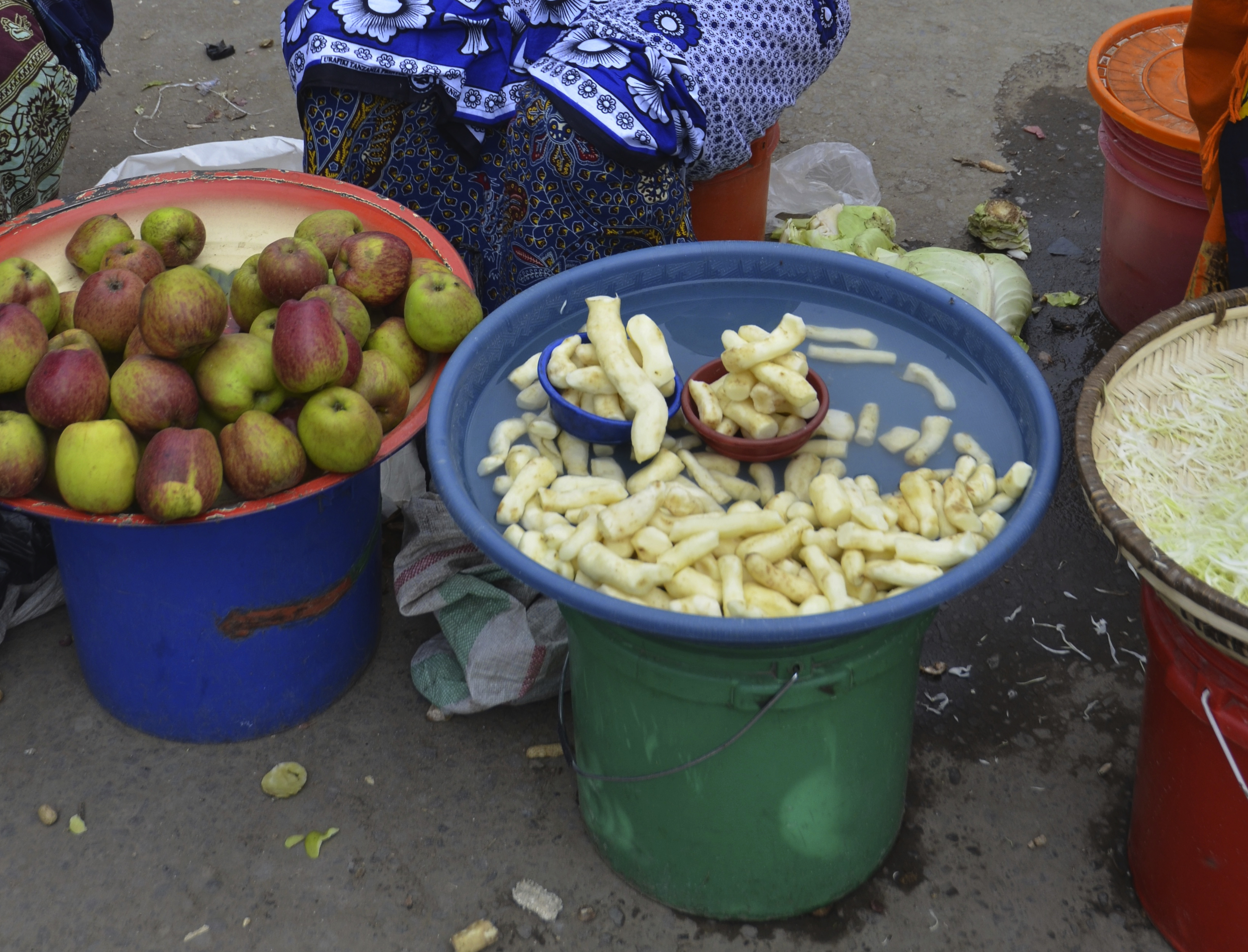
Orchideenwurzeln (Chikanda, Kinaka, Kikanda) (Habenaria, Disa, Satyrium sowie Brachycorythis und Eulophia-Arten) (siehe auch Salep)
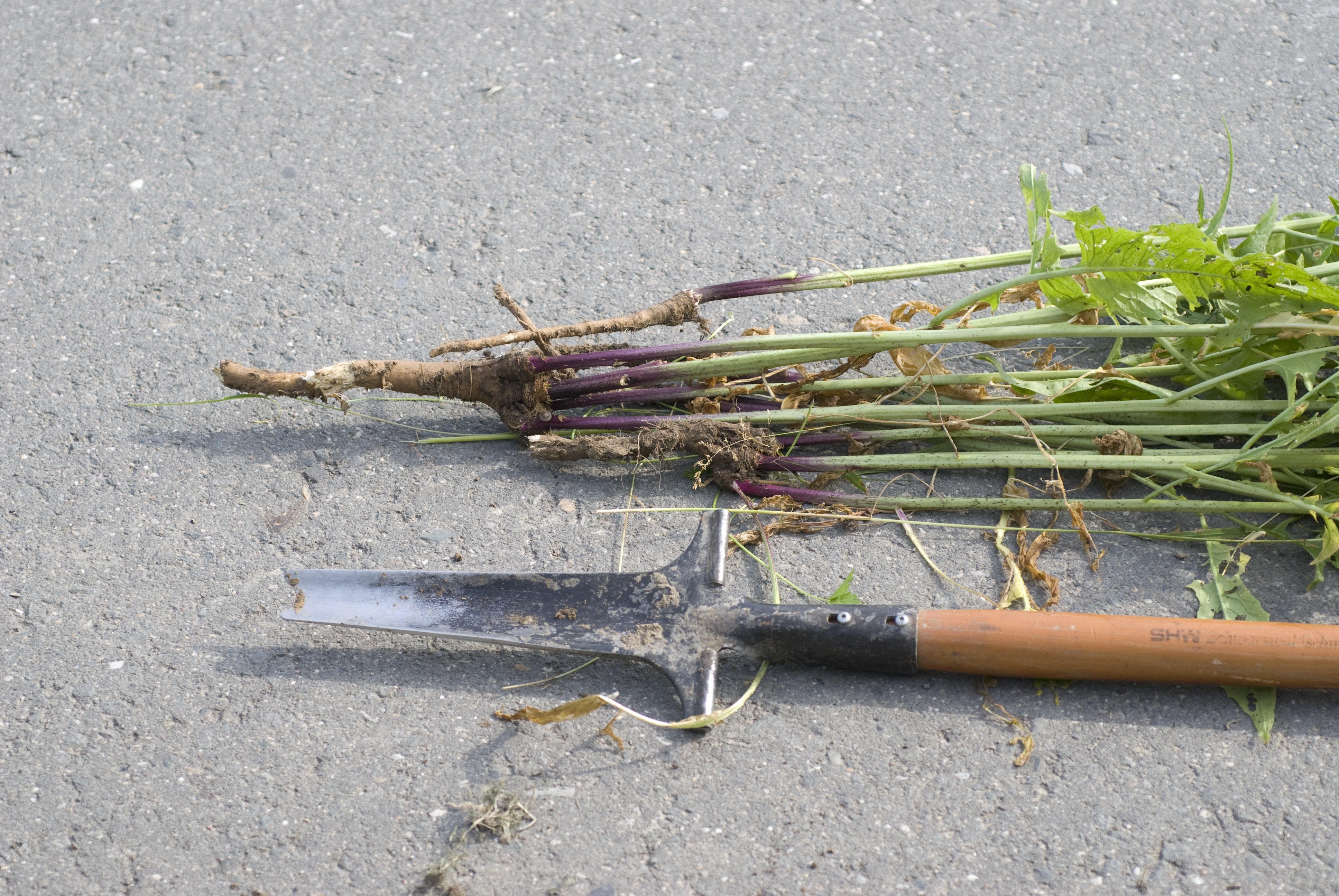
Orientalisches Zackenschötchen (junge Blütentriebe und Blätter)
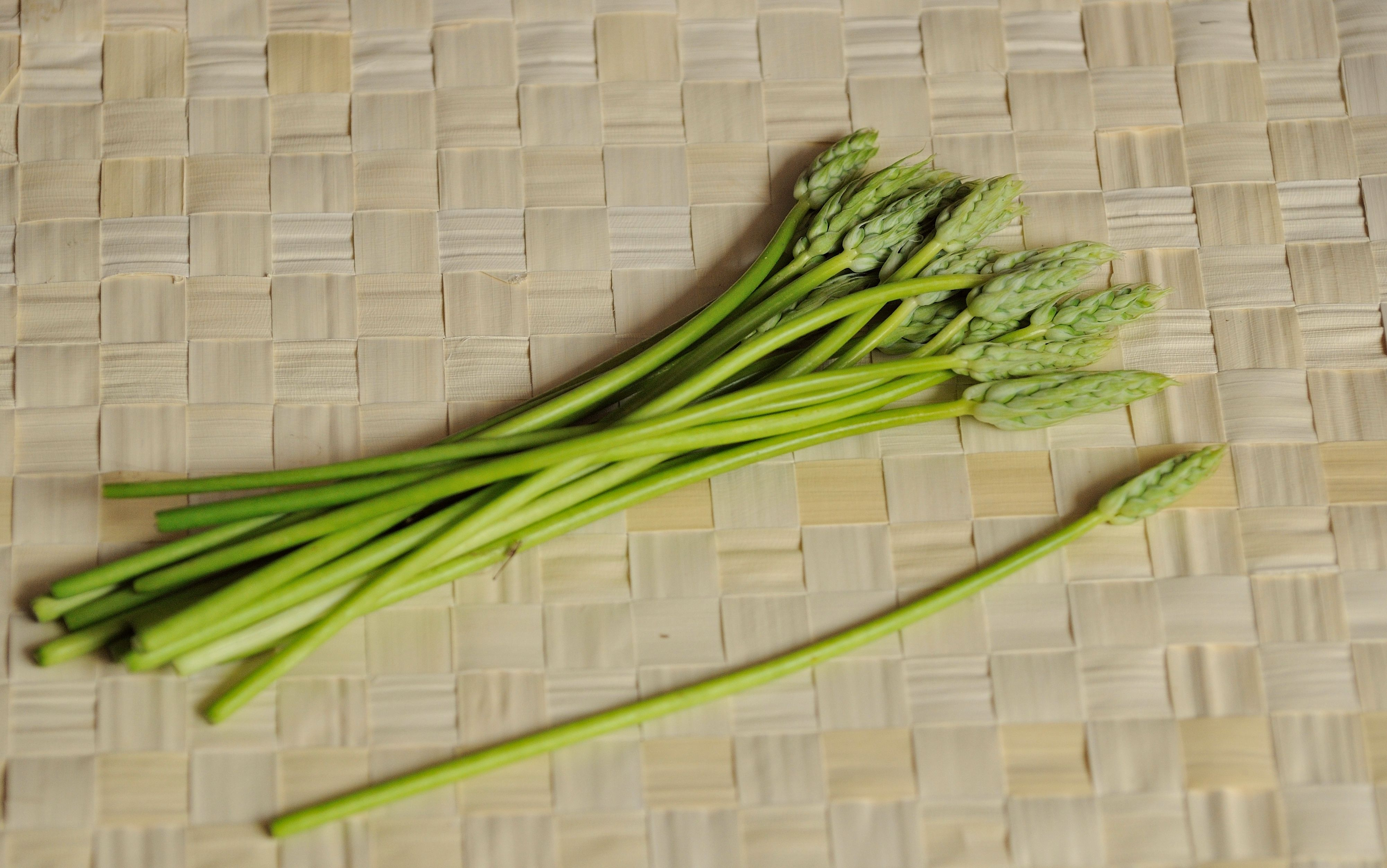
Ornithogalum pyrenaicum (Wildspargel) (junge Blütentriebe)
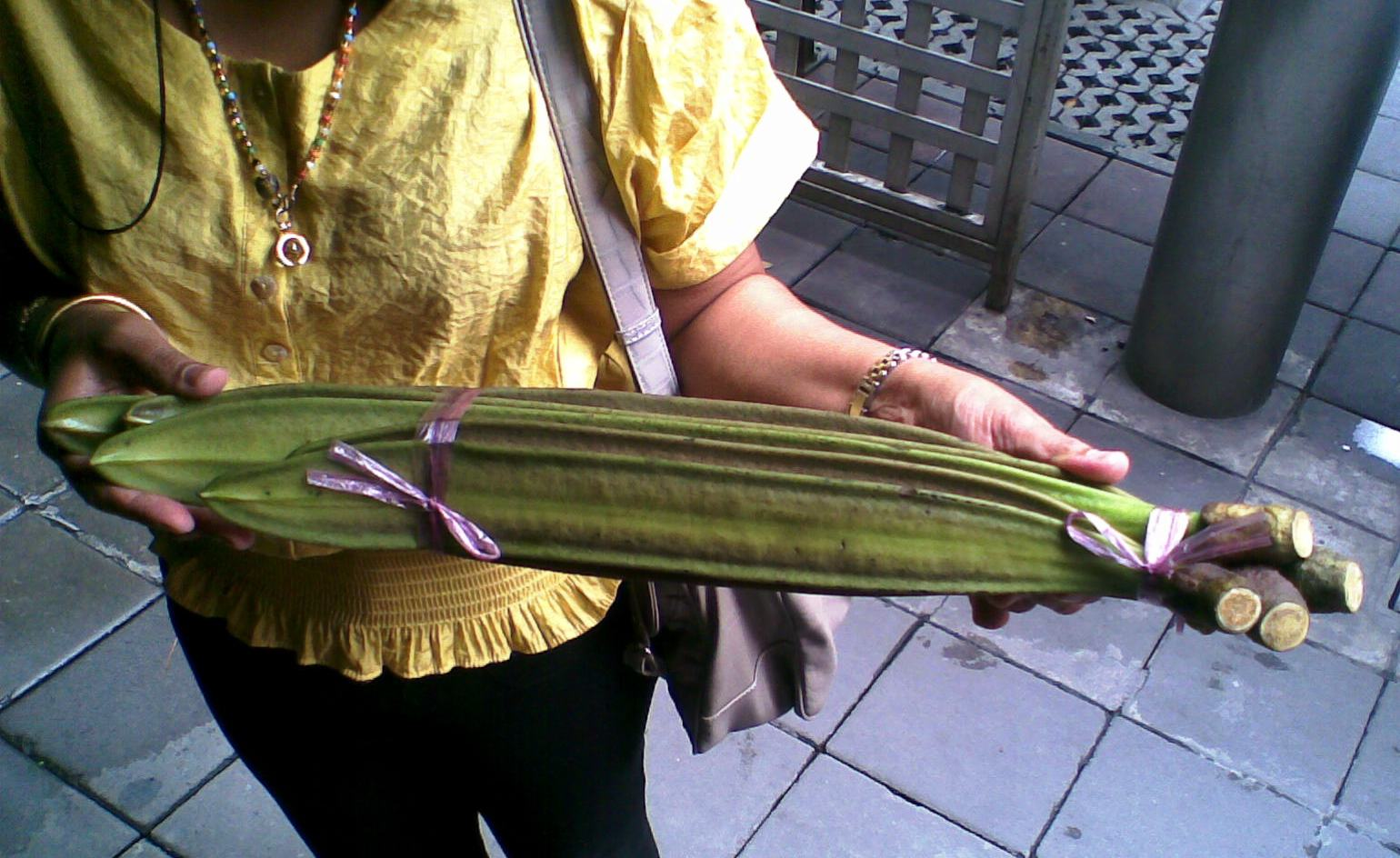
Oroxylum indicum (junge Früchte, Blüten, Samen und Blätter)
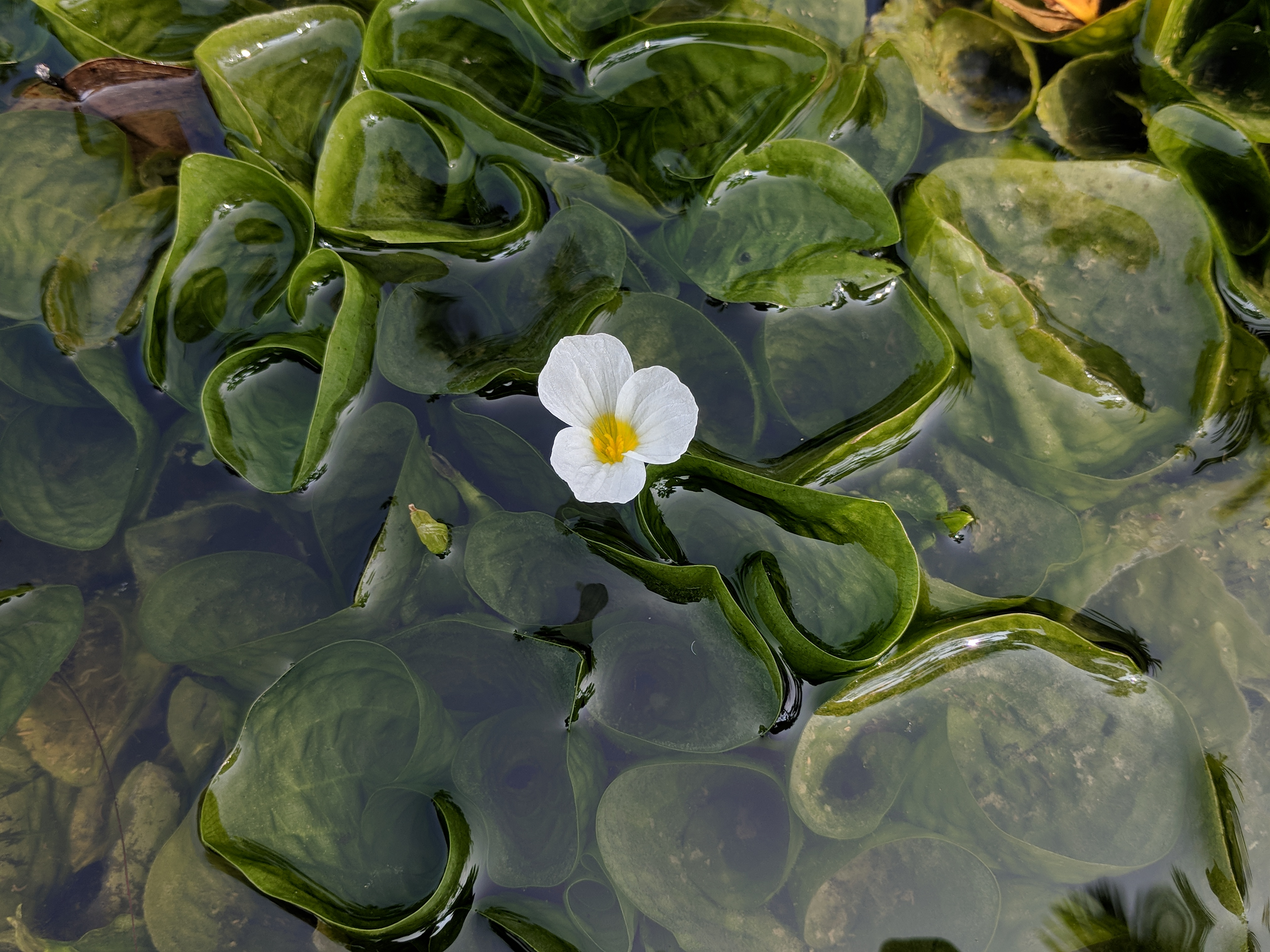
Ottelia alismoides (Blätter)
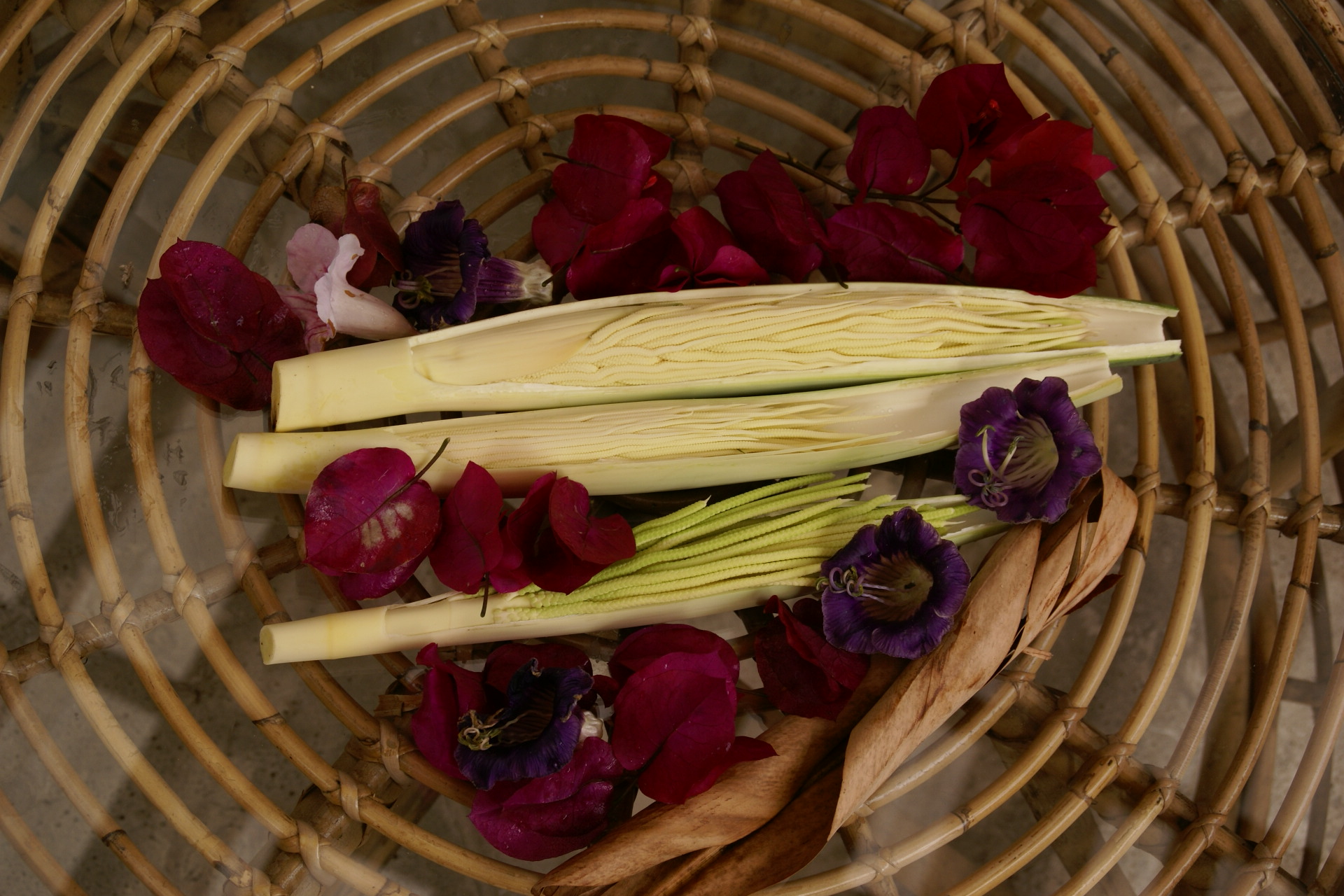
Pacaya (Chamaedorea tepejilote u. a.) (ungeöffneter, männlicher Blütenstand)
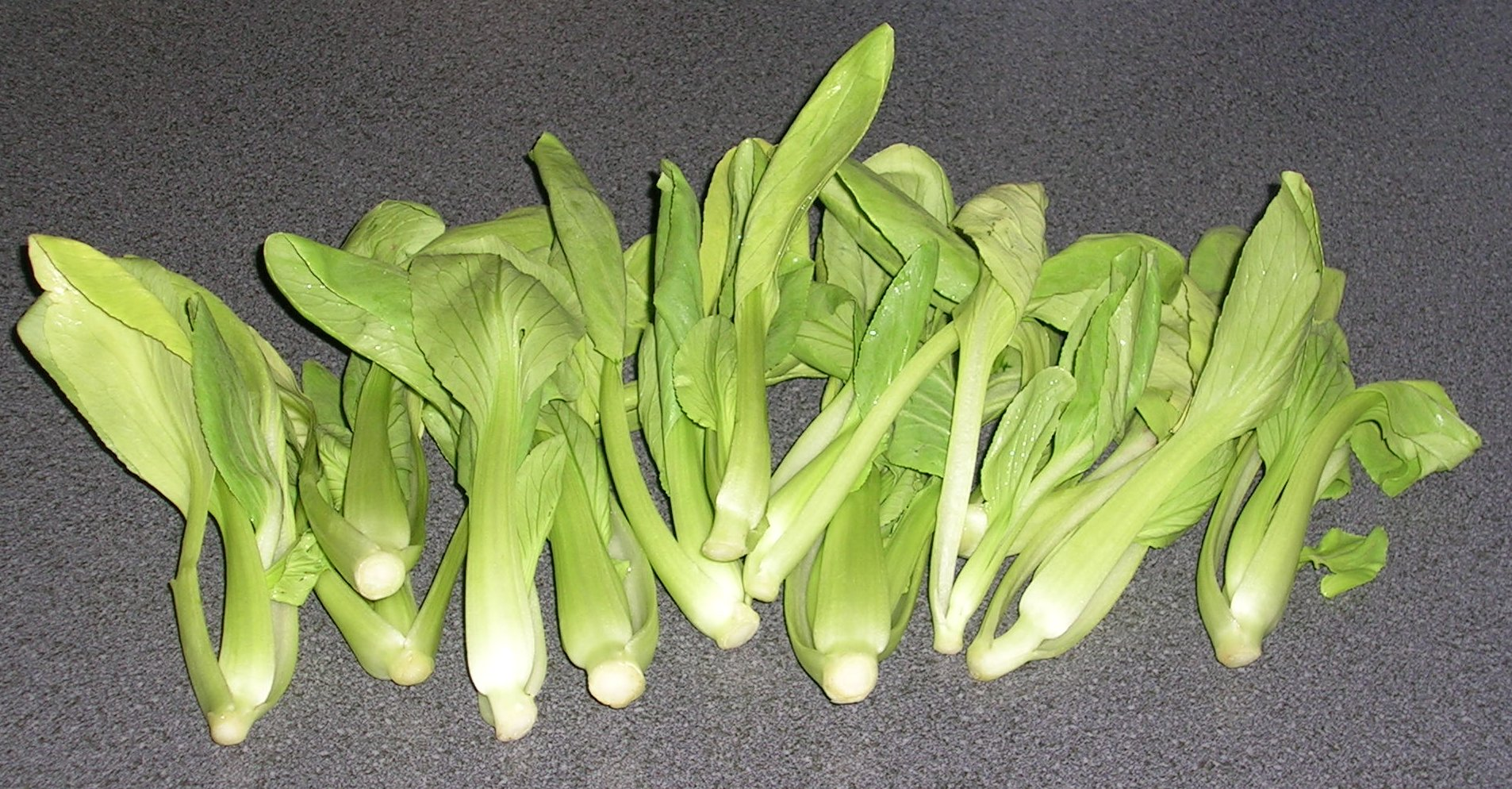
Pak Choi (auch als Mini)
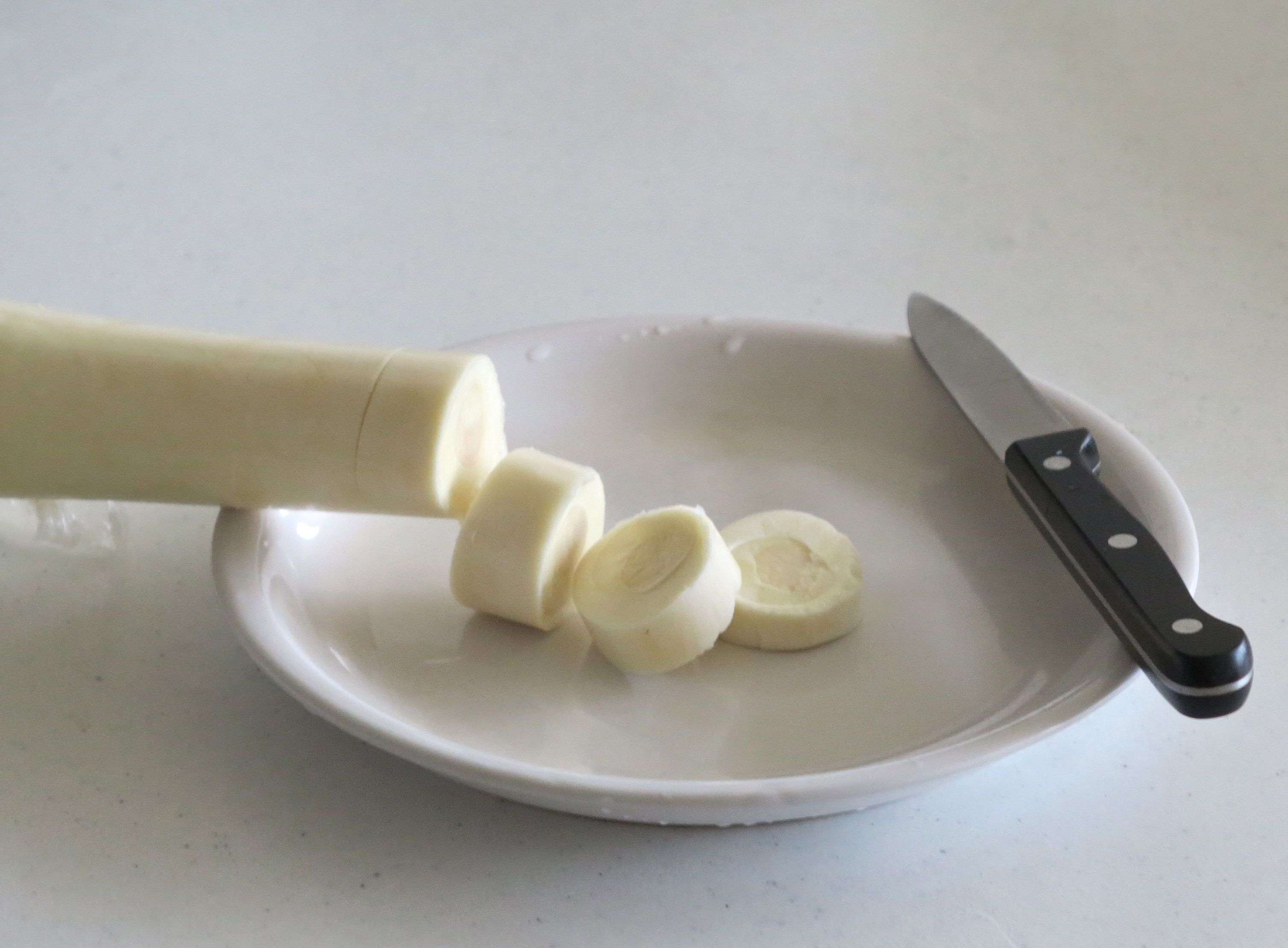
Palmherzen
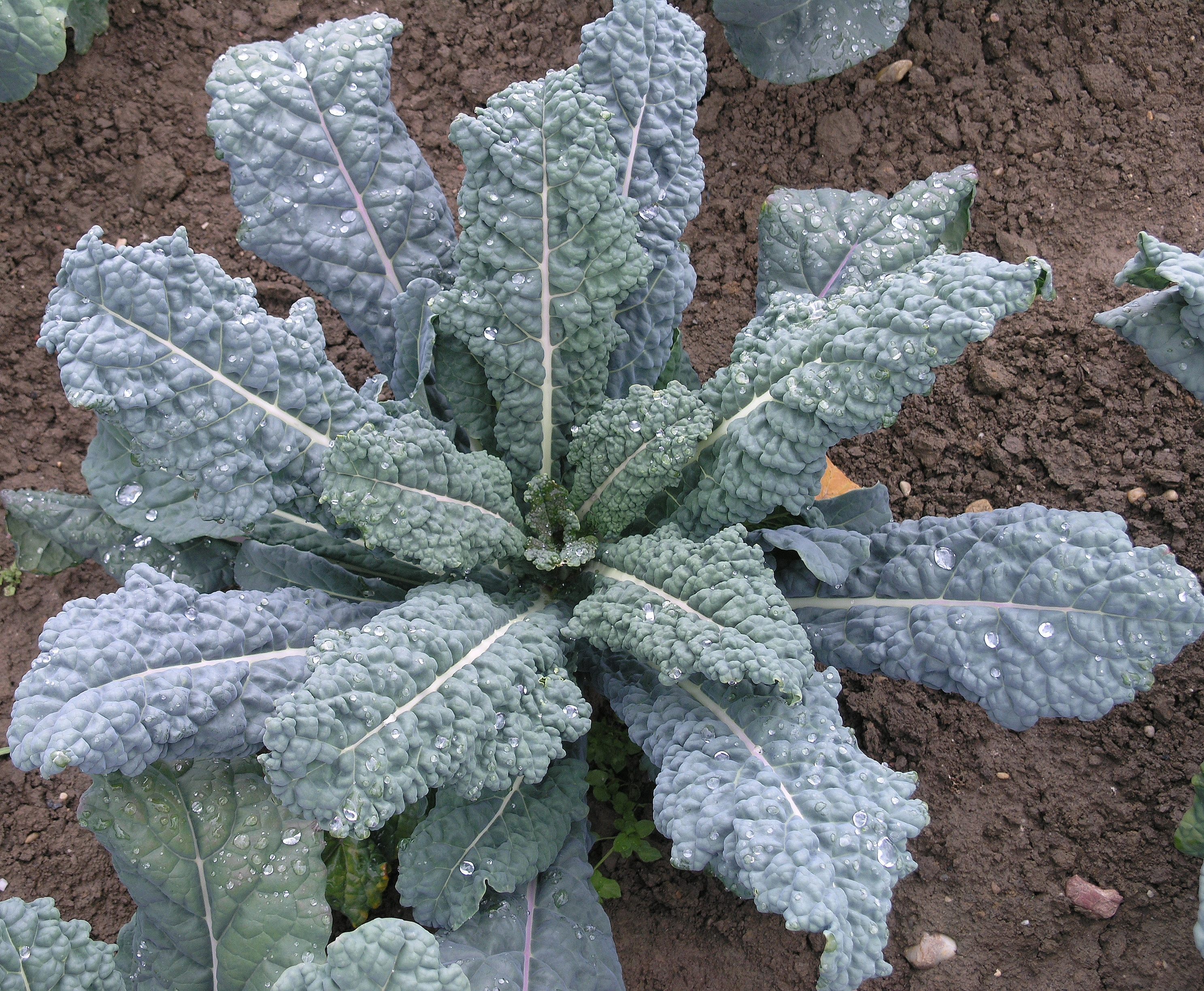
Palmkohl (Schwarzkohl)
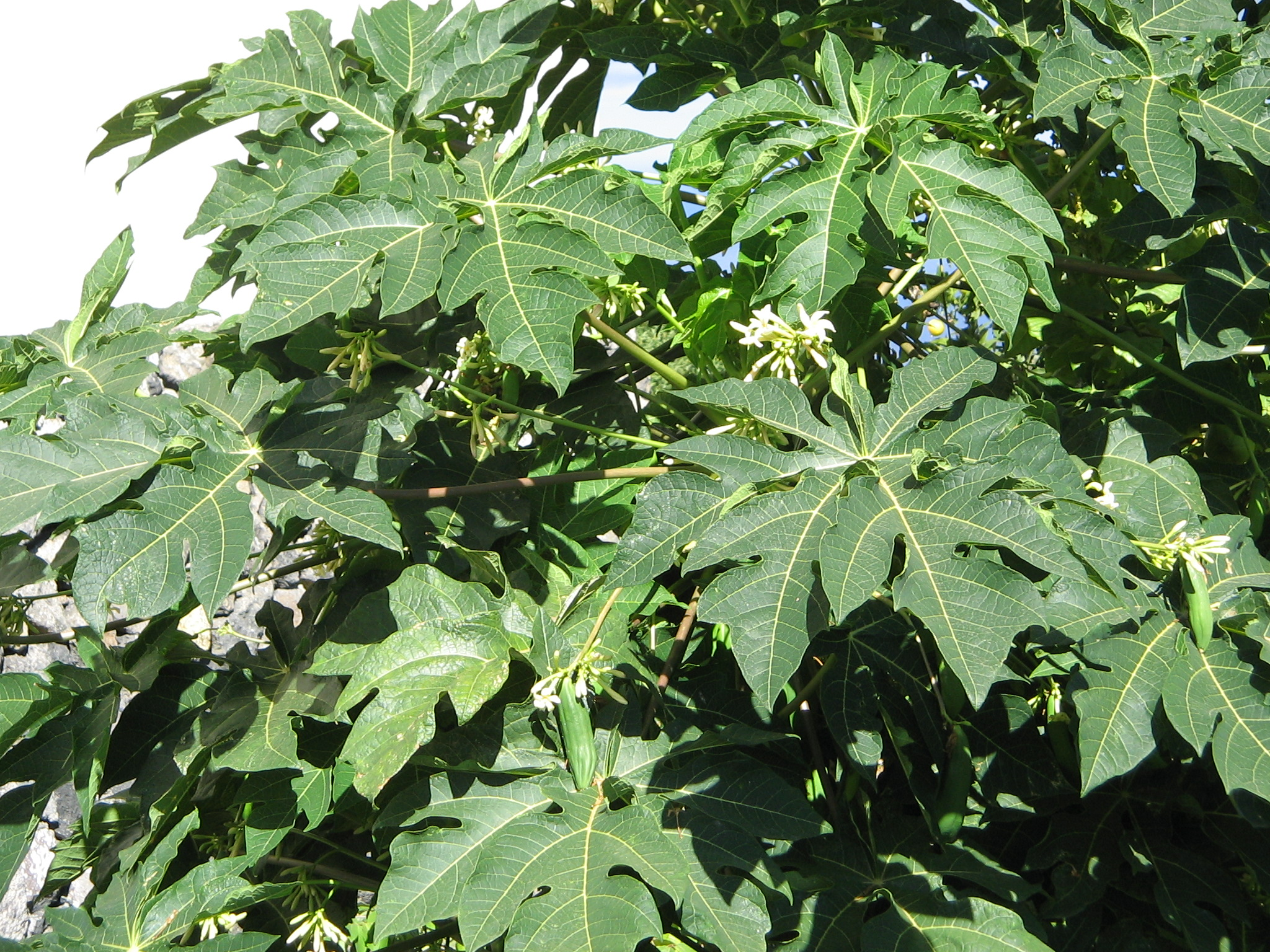
Papayablätter (junge Blätter)
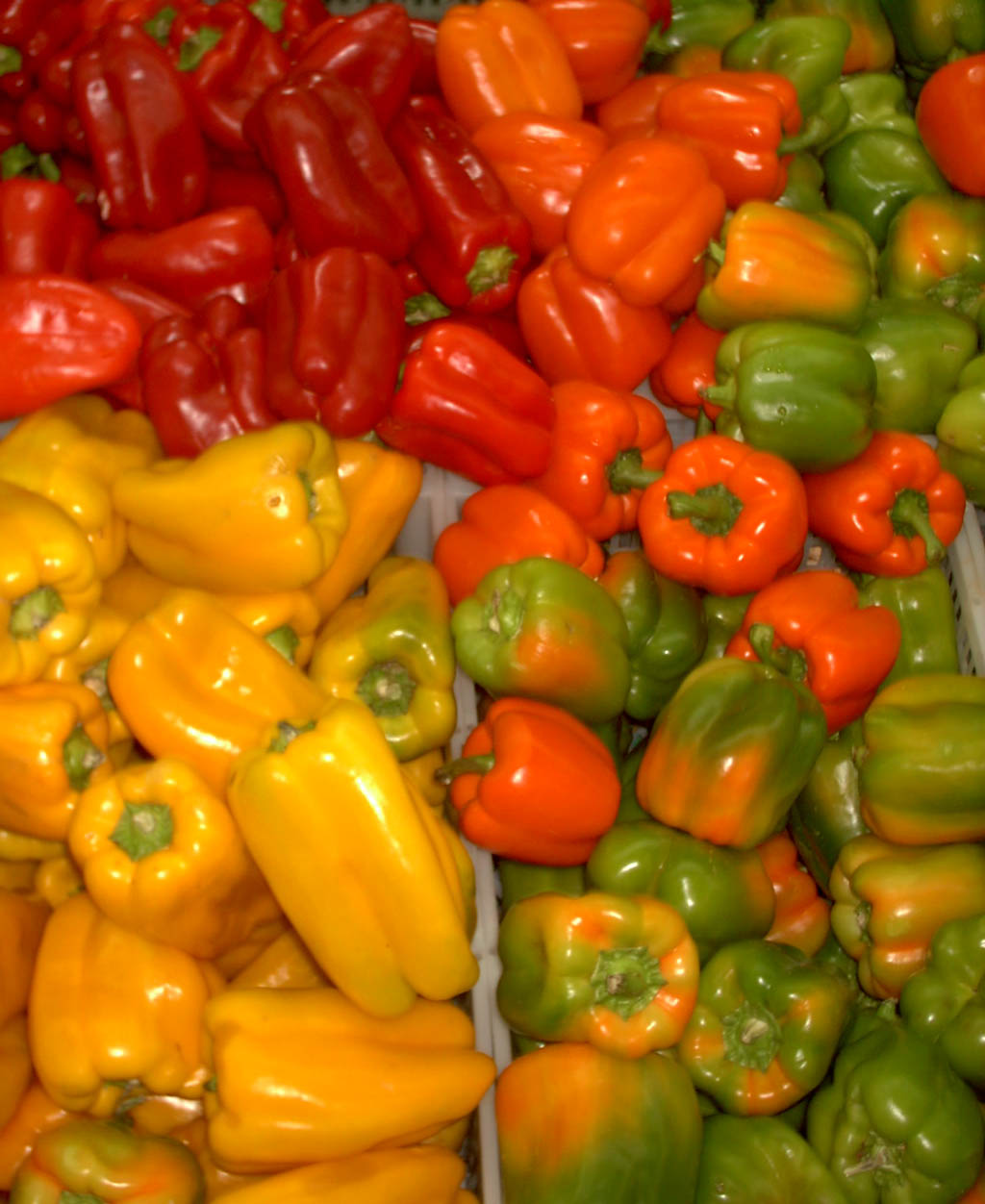
Gemüsepaprika (Peperoni, Pimientos de Padrón) (auch violette und purpurne)
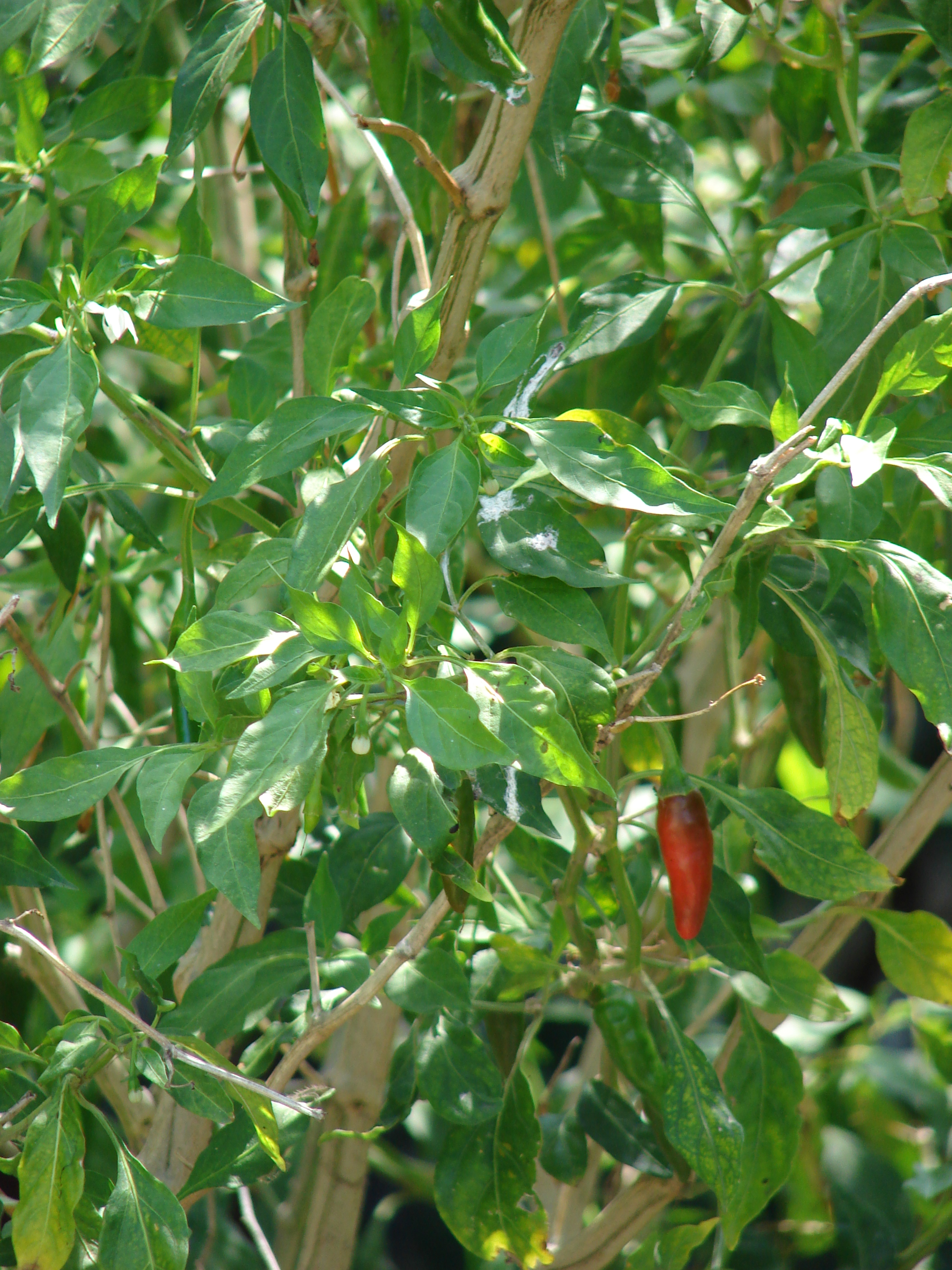
Chiliblätter (Paprikablätter)
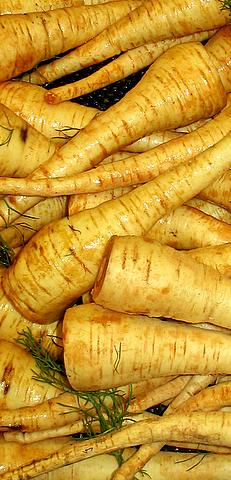
Pastinak (auch das Kraut kann verwendet werden)
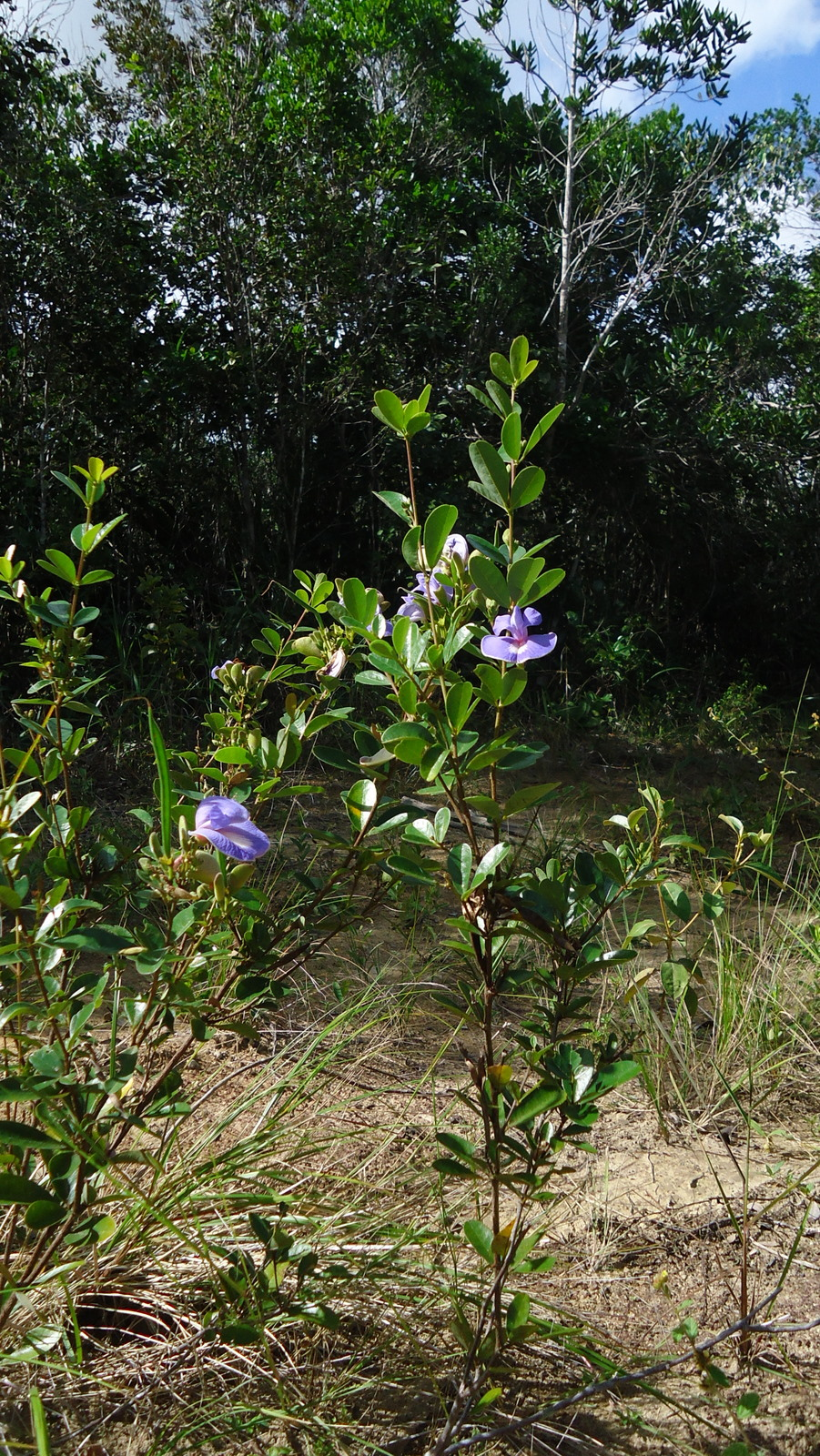
Periandra mediterranea (Brasilianisches Süßholz) (die Wurzel werden verwendet; nicht im Bild)
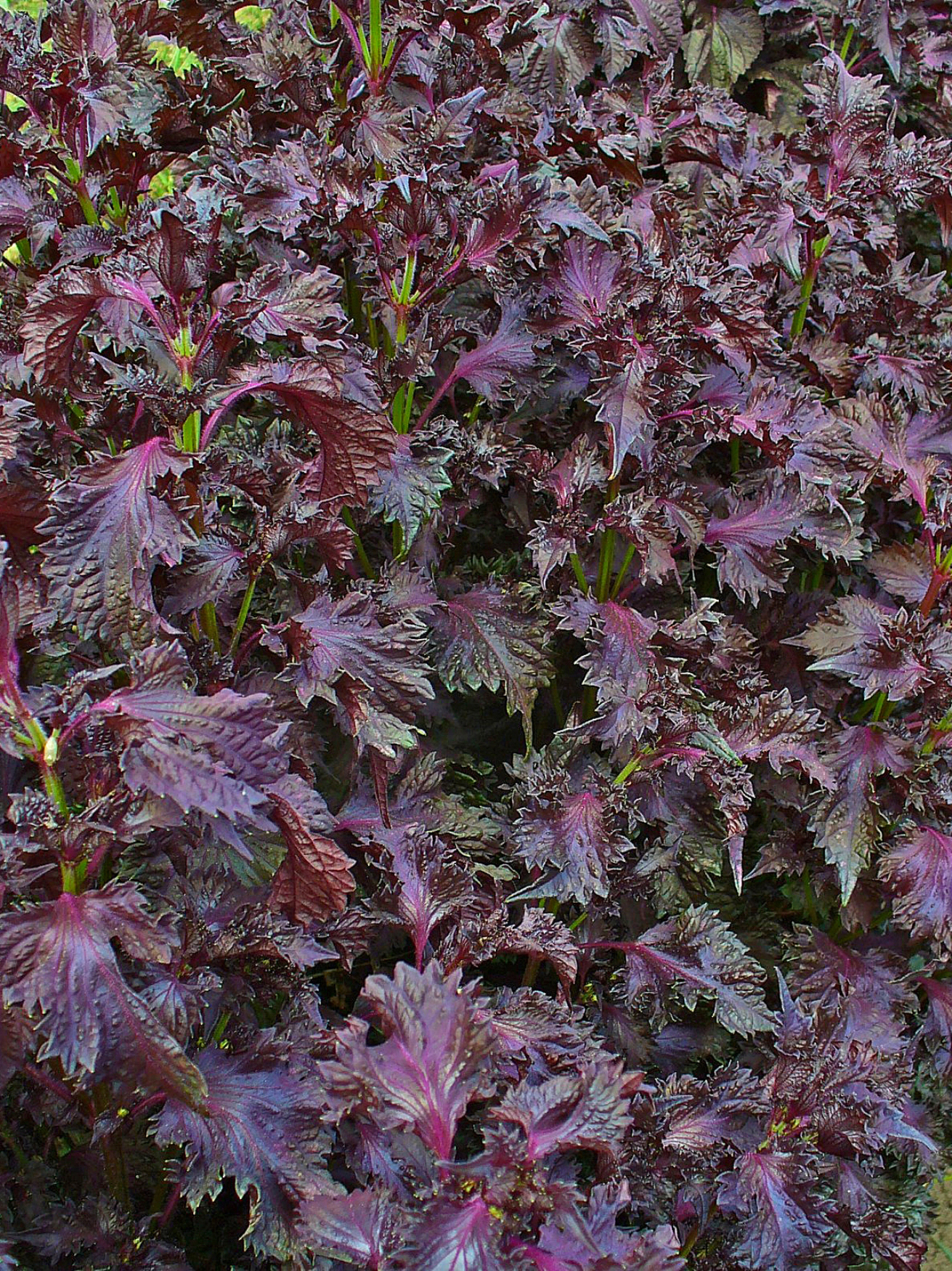
Rote Perilla (Shiso)
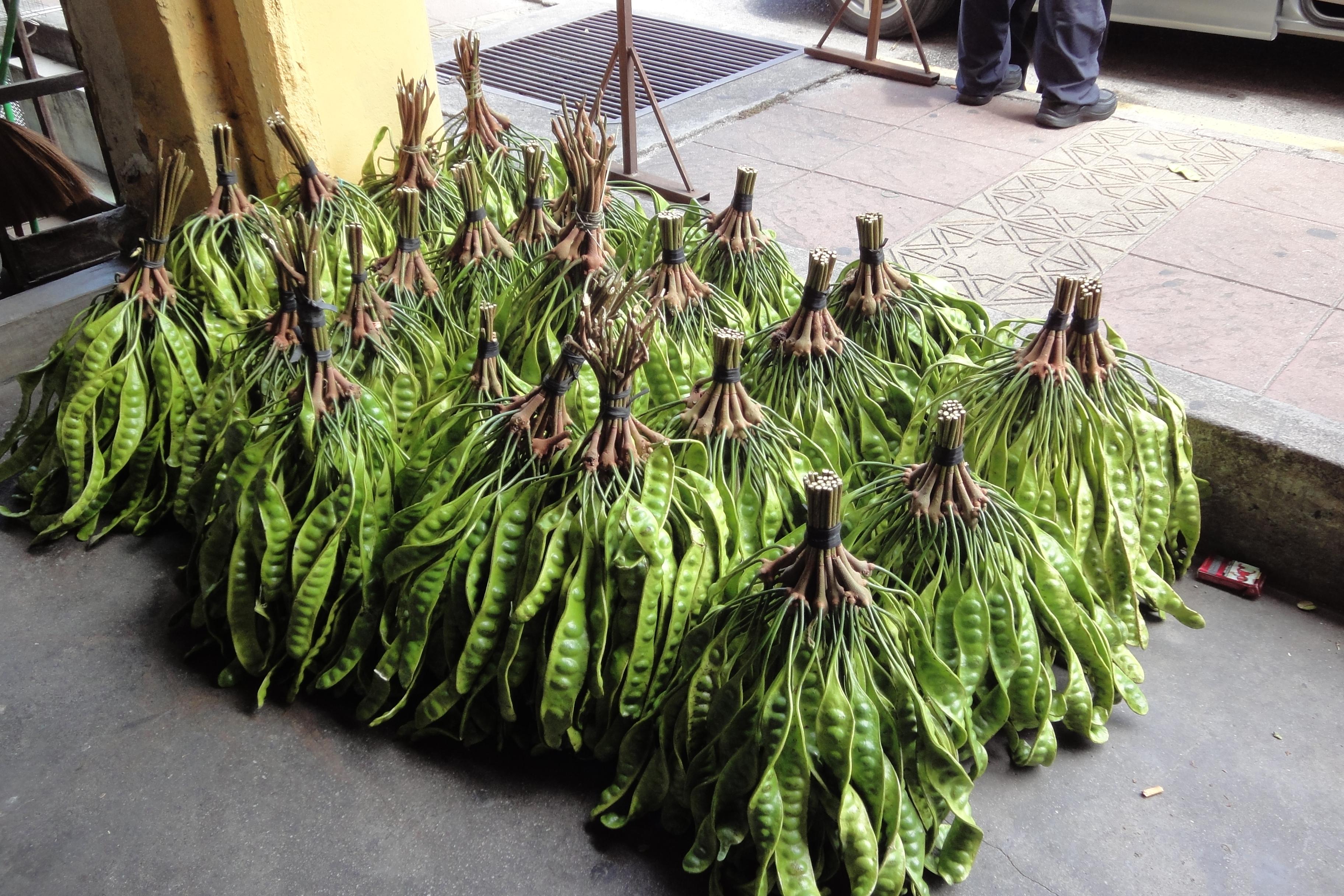
Petai (Gestankbohne) (ähnlich ist Parkia timoriana) (Samen und junge Früchte)
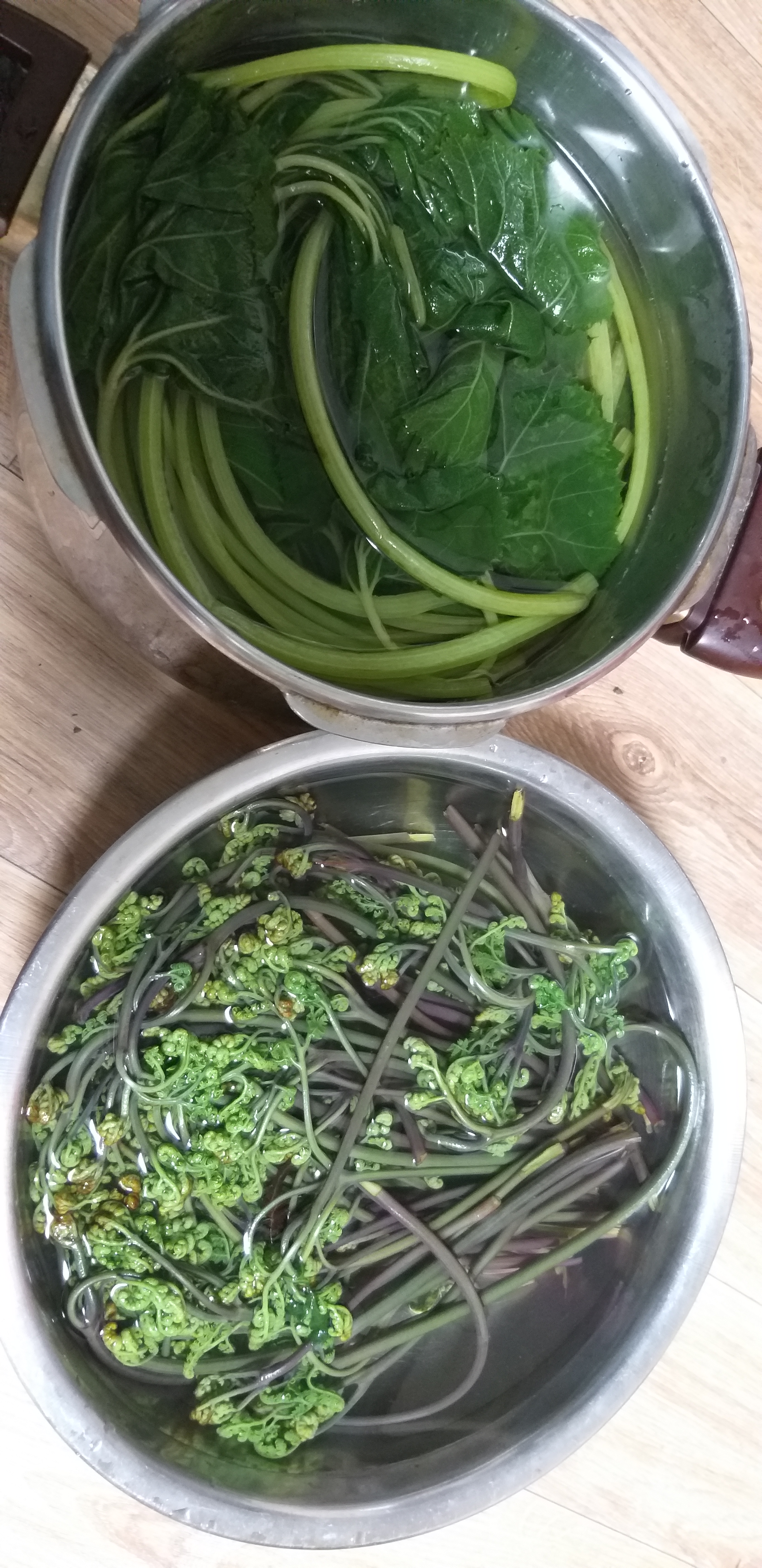
Petasites japonicus (Blattstiele, junge Blütenstängel und -knospen) (oben im Bild; unten Adlerfarn) (ähnliche Blattstiele von Farfugium japonicum)
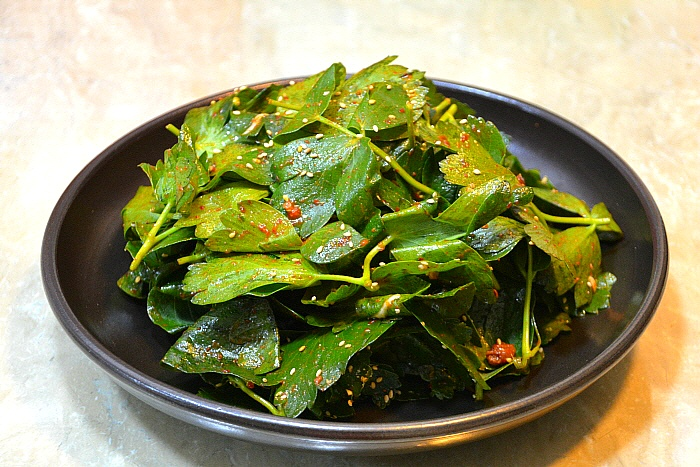
Peucedanum japonicum (nicht von Saposhnikovia divaricata) (junge Blätter)
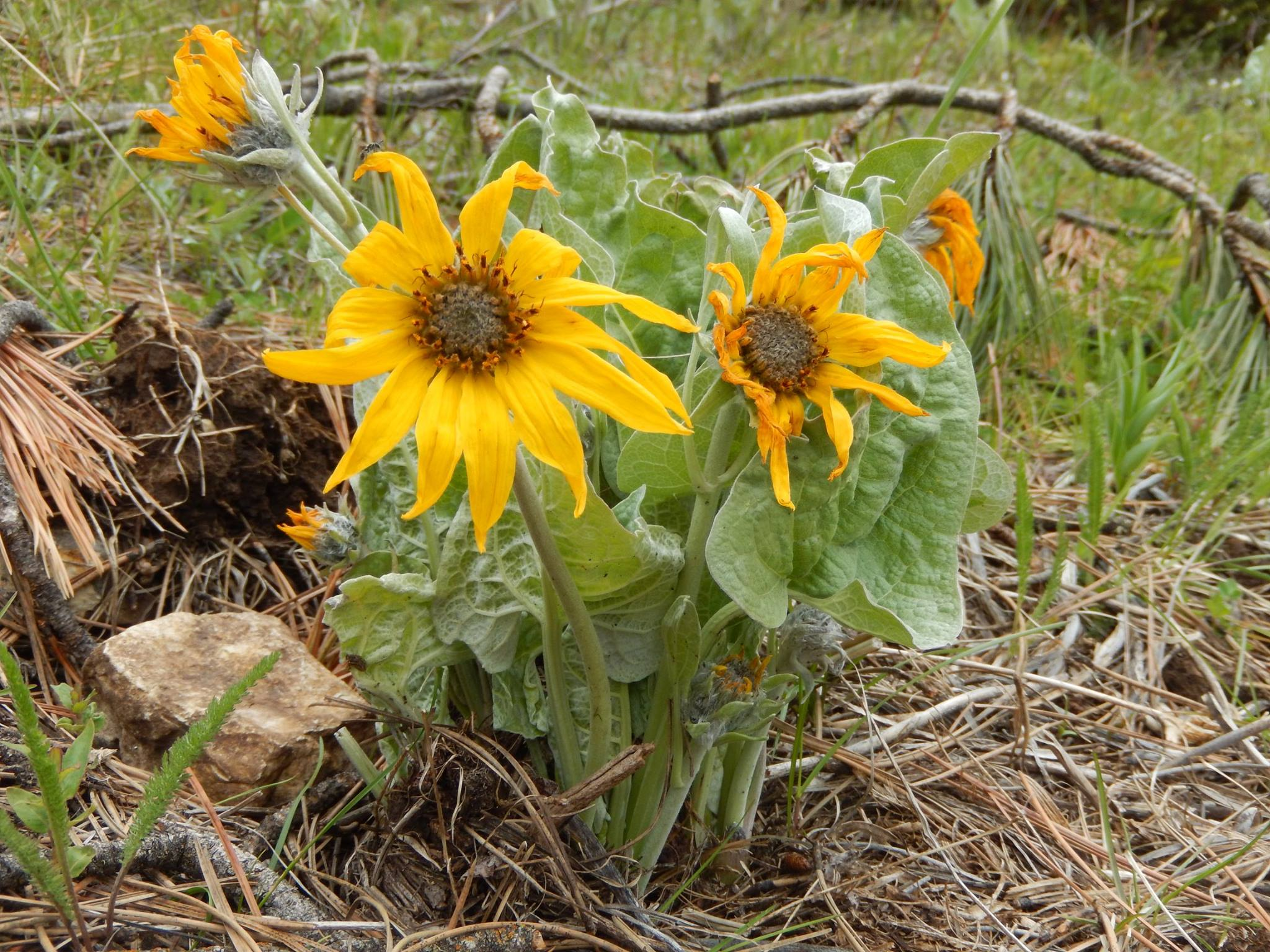
Pfeilblättrige Balsamwurzel (Wurzeln, Blätter, Stängel und Samen)
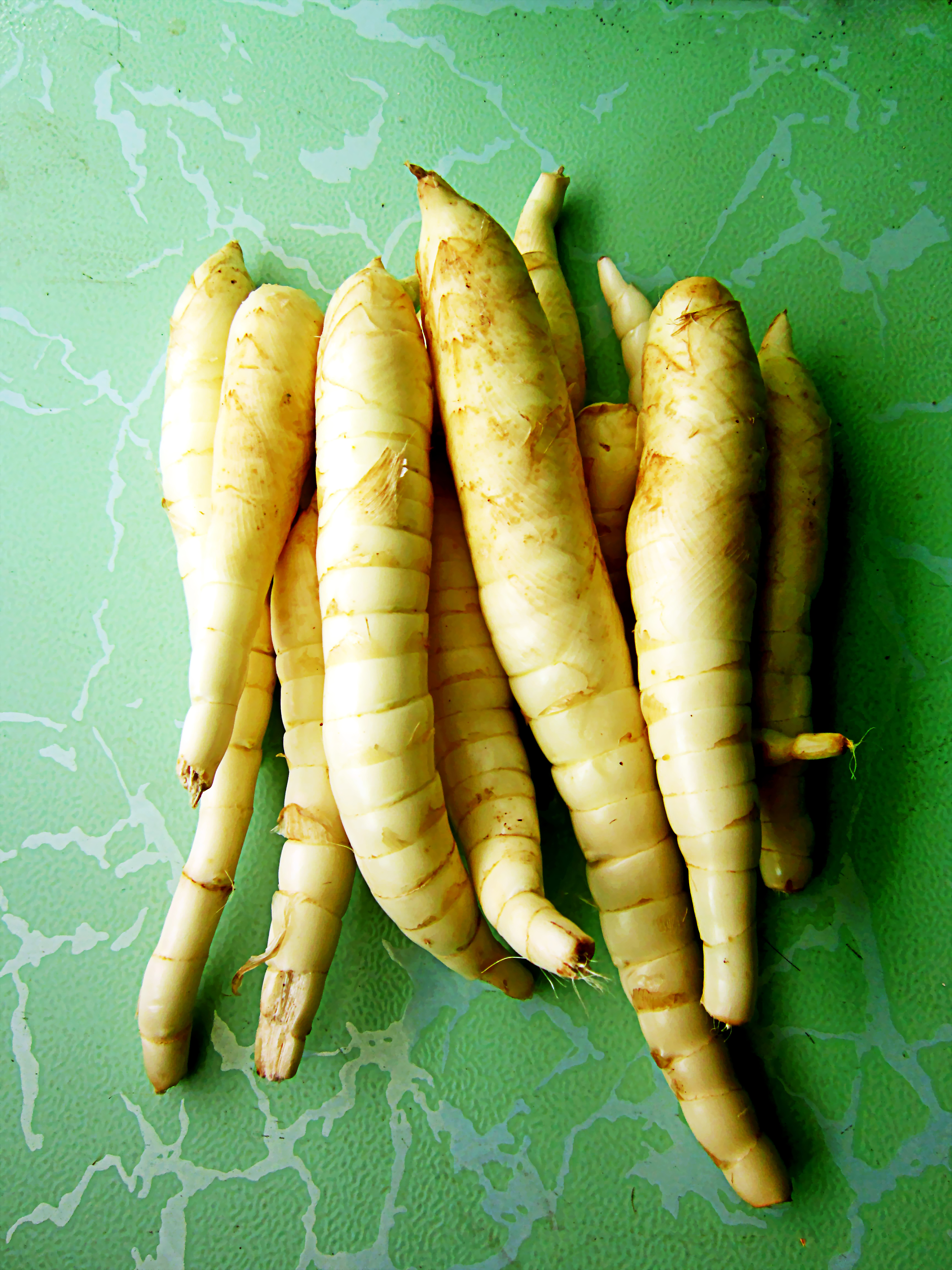
Pfeilwurz
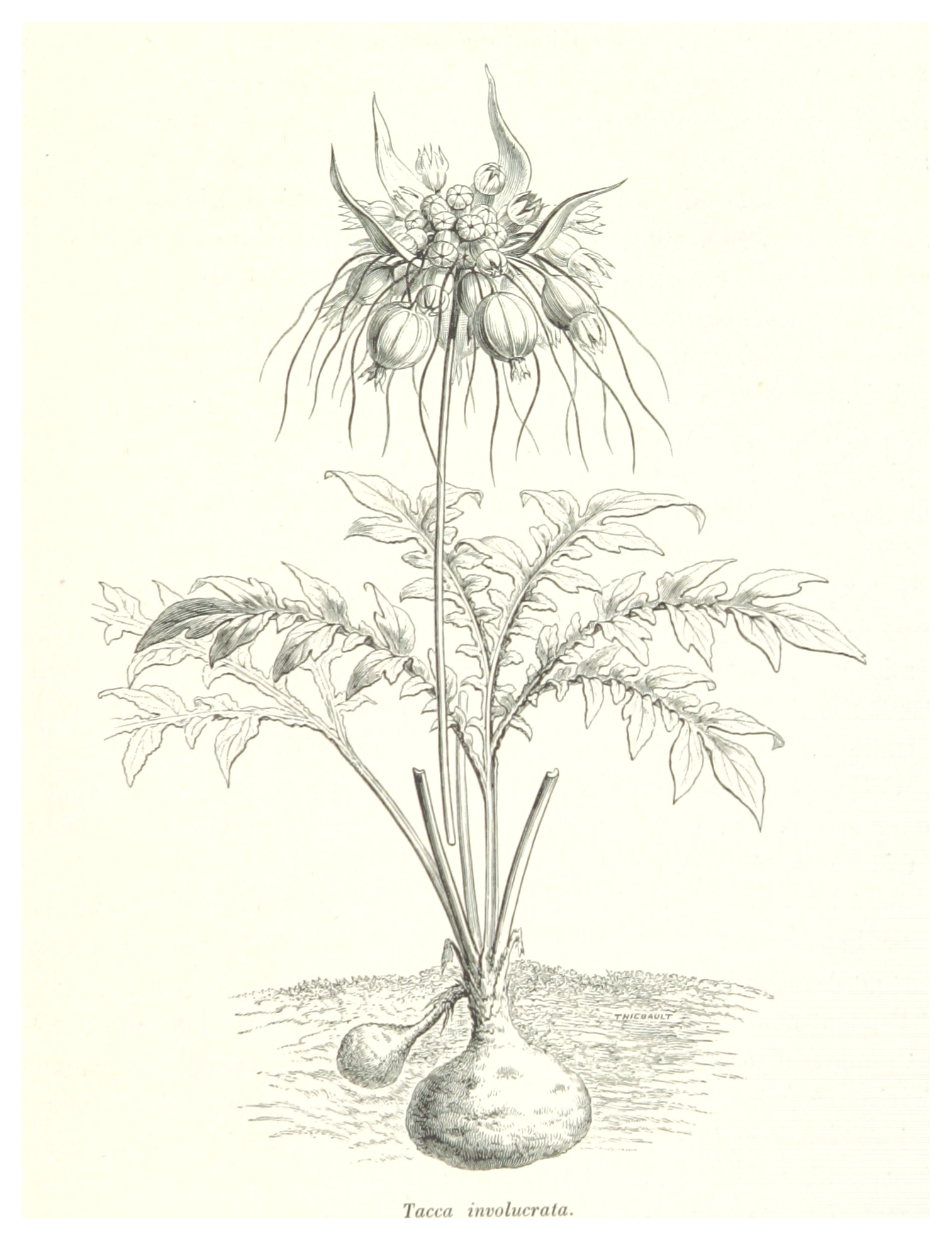
Ostindische Pfeilwurz
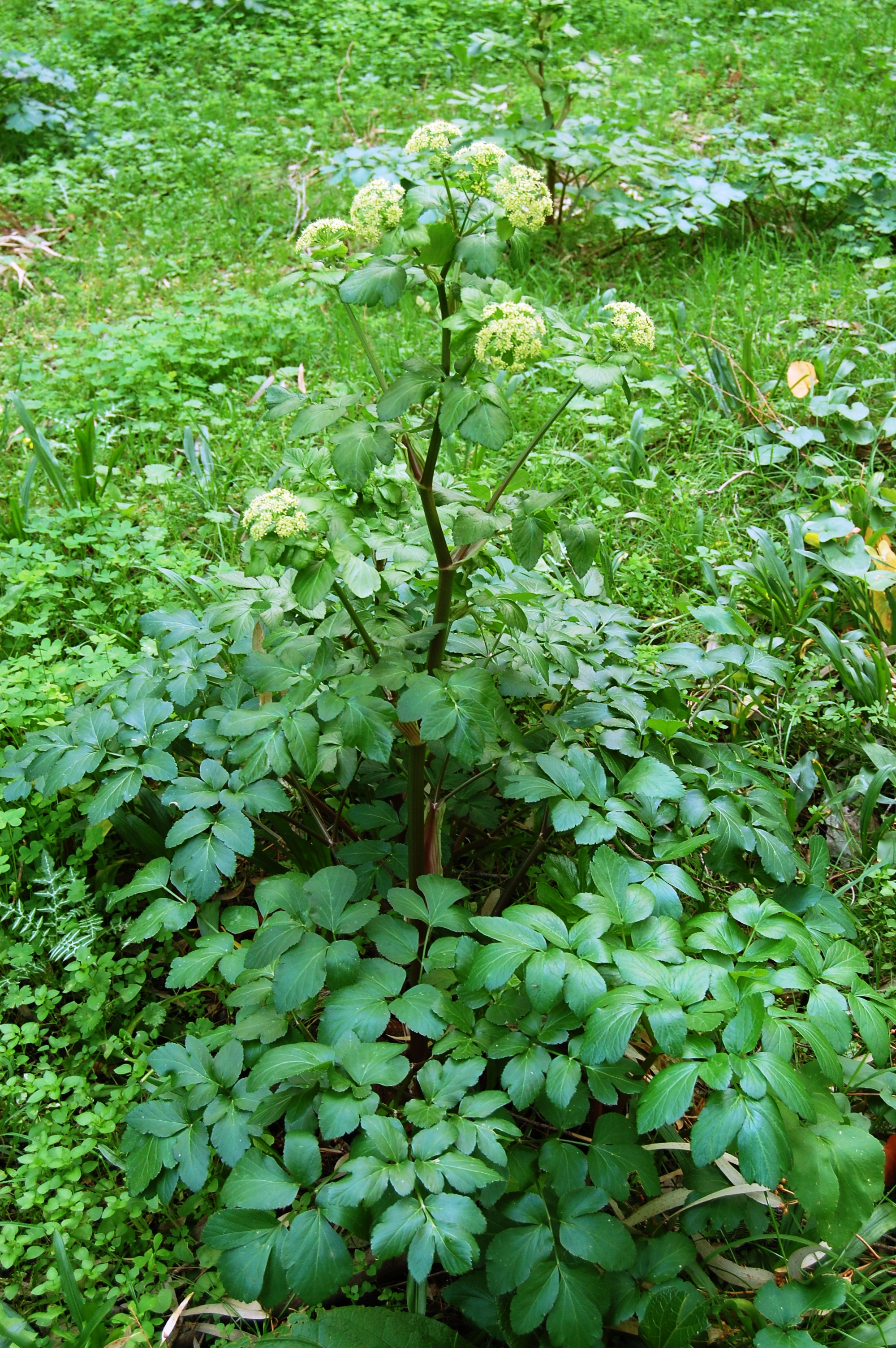
Pferdeeppich (Alisander) (Gemüse oder Salat, Samen als Gewürz)
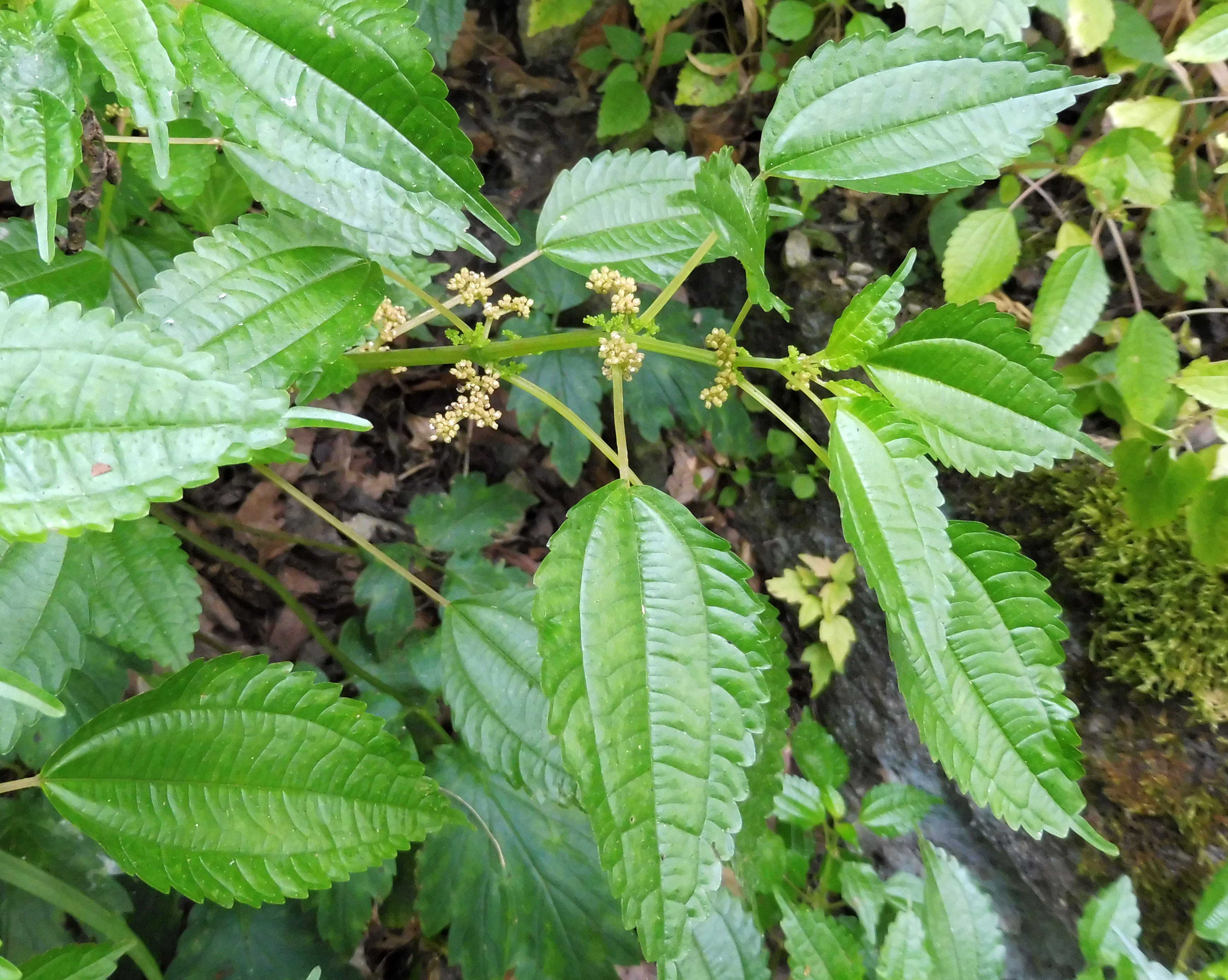
Pilea pumila, Pilea mongolica (ähnlich ist Laportea cuspidata)
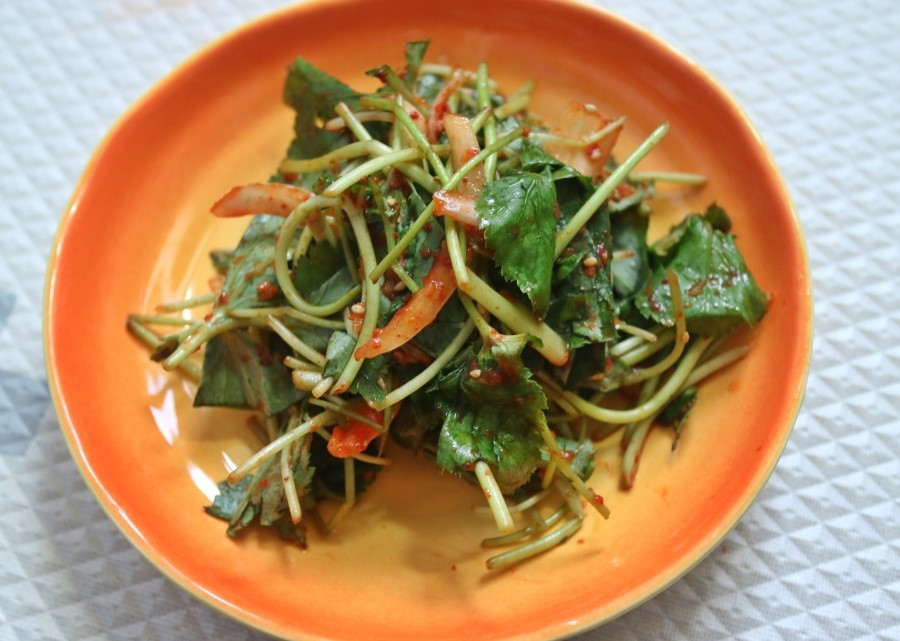
Pimpinella brachycarpa (Cham-namul)
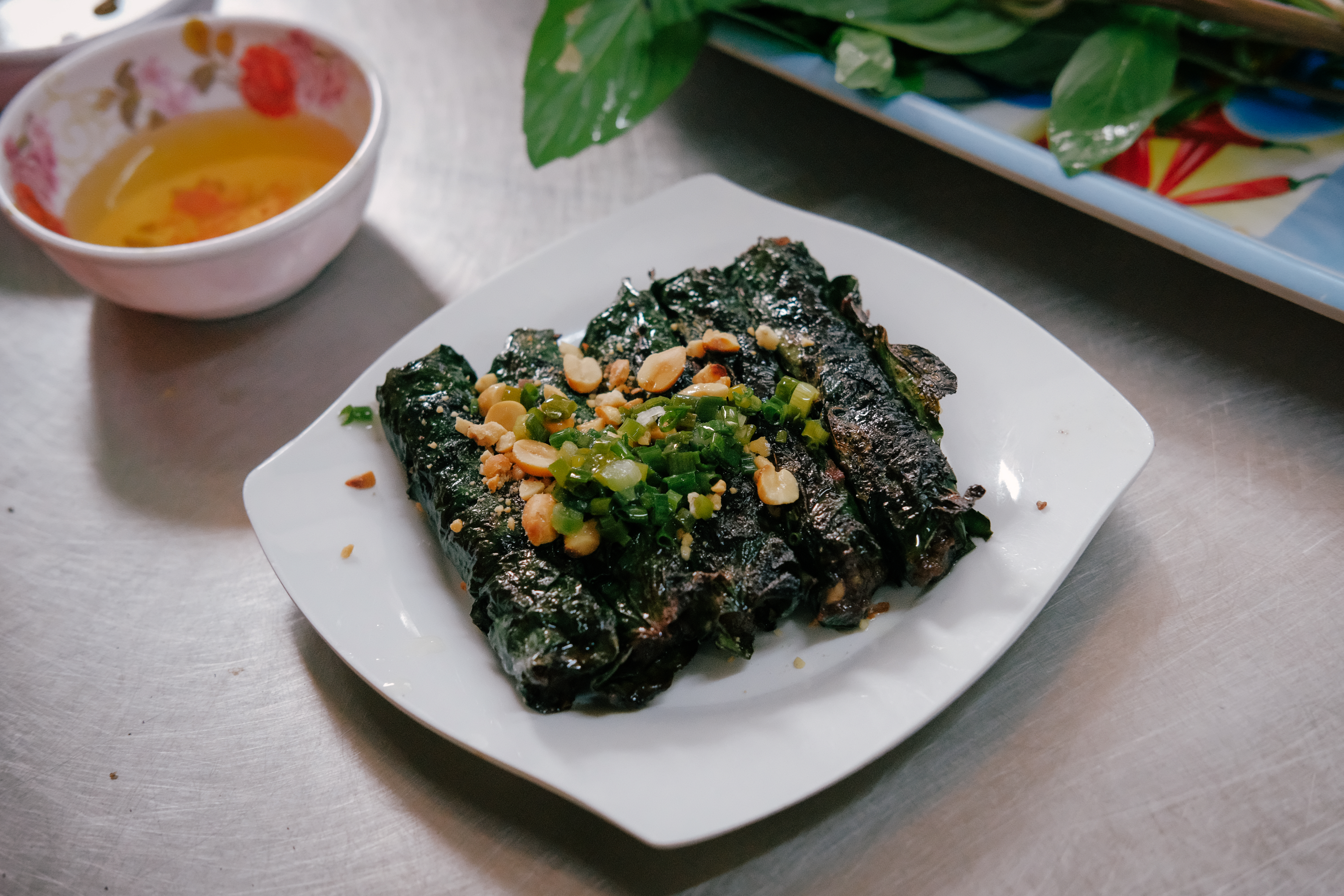
Piper sarmentosum (Pfefferblatt) (siehe auch Wilder Pfeffer)
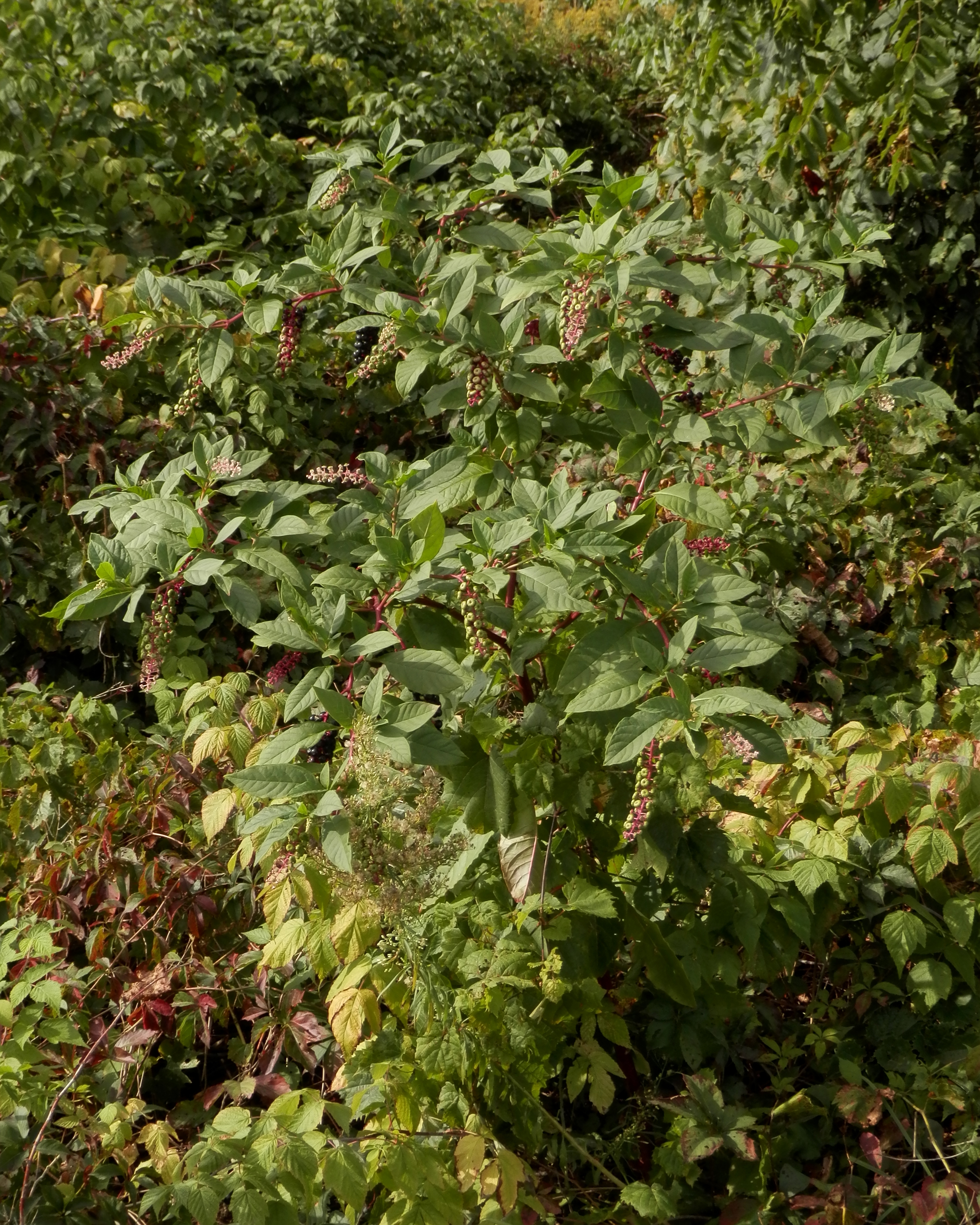
Pokeweed
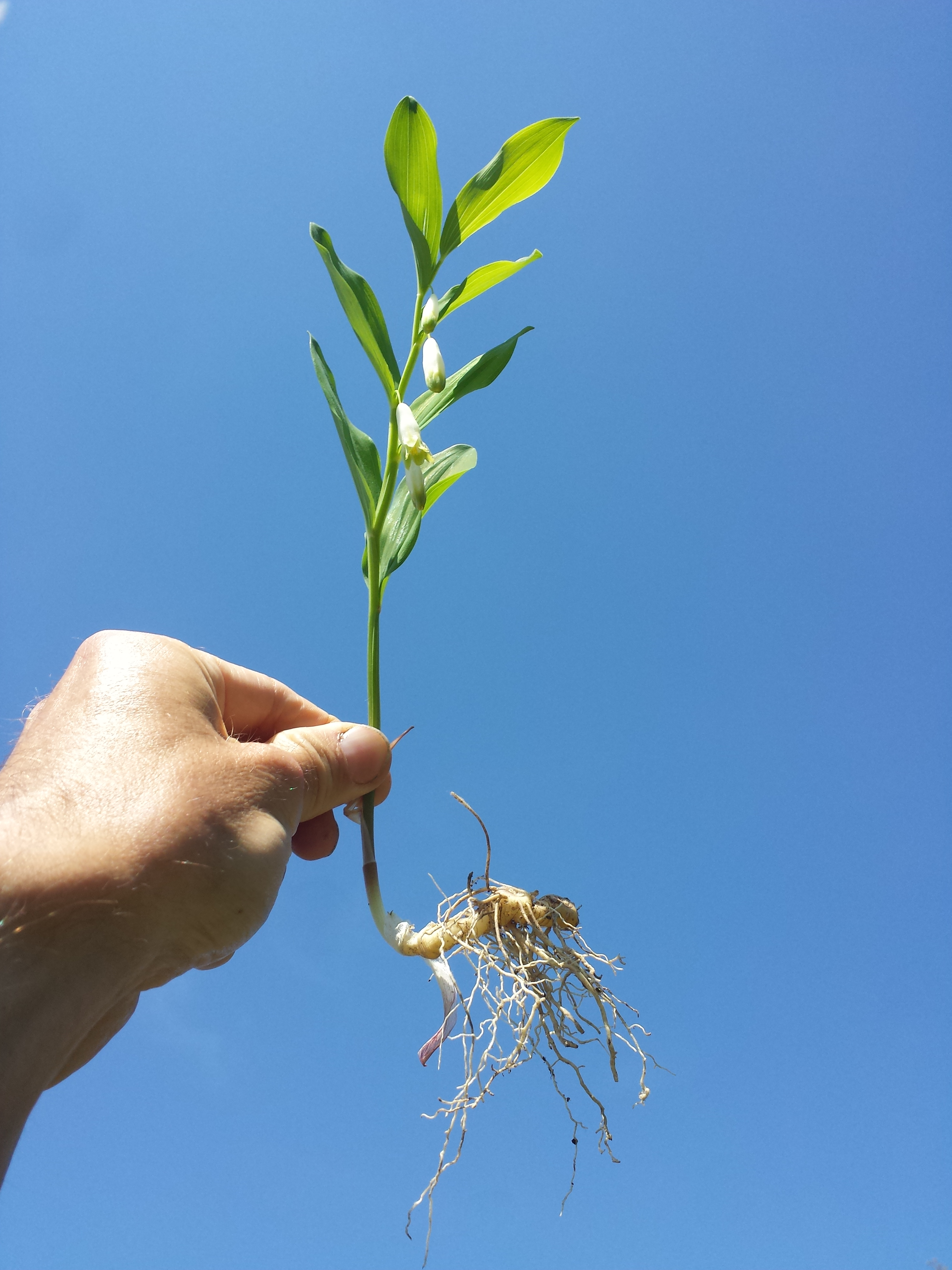
Polygonatum odoratum (junge Blätter und Stängel sowie Wurzeln)
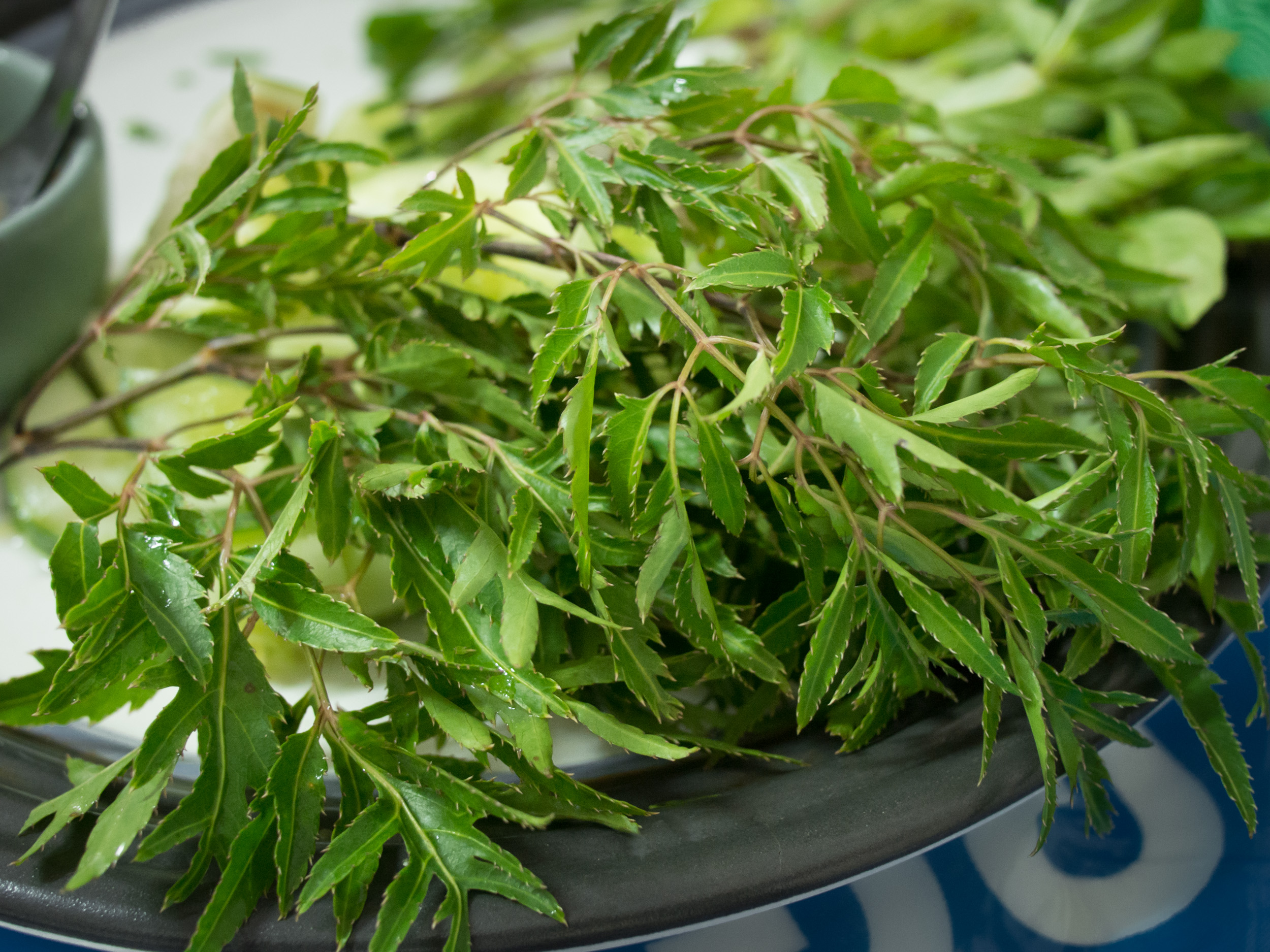
Polyscias fruticosa (junge Sprossen und Blätter)
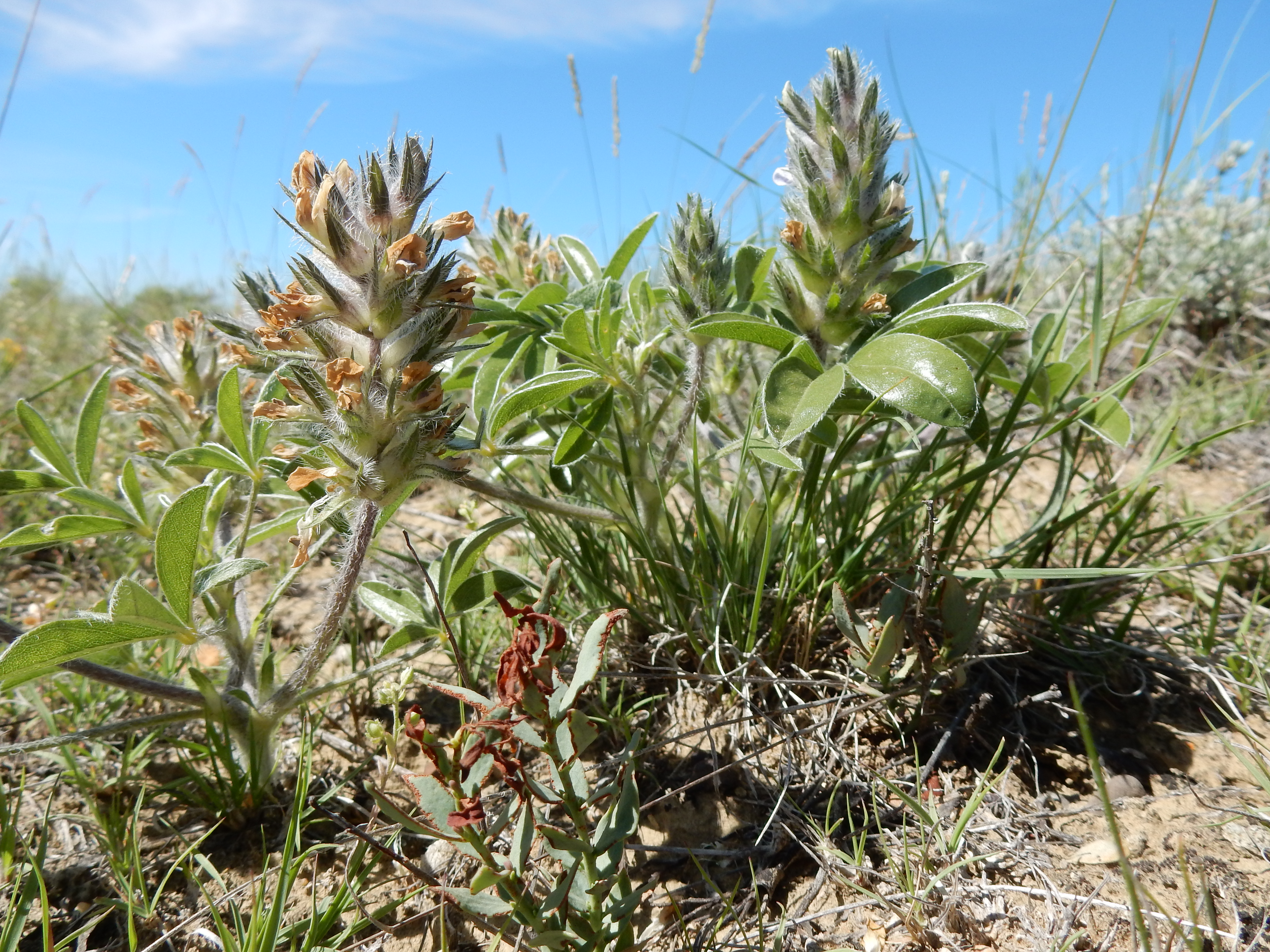
Prärie-Rübe (die Knollen werden verwendet; nicht im Bild)
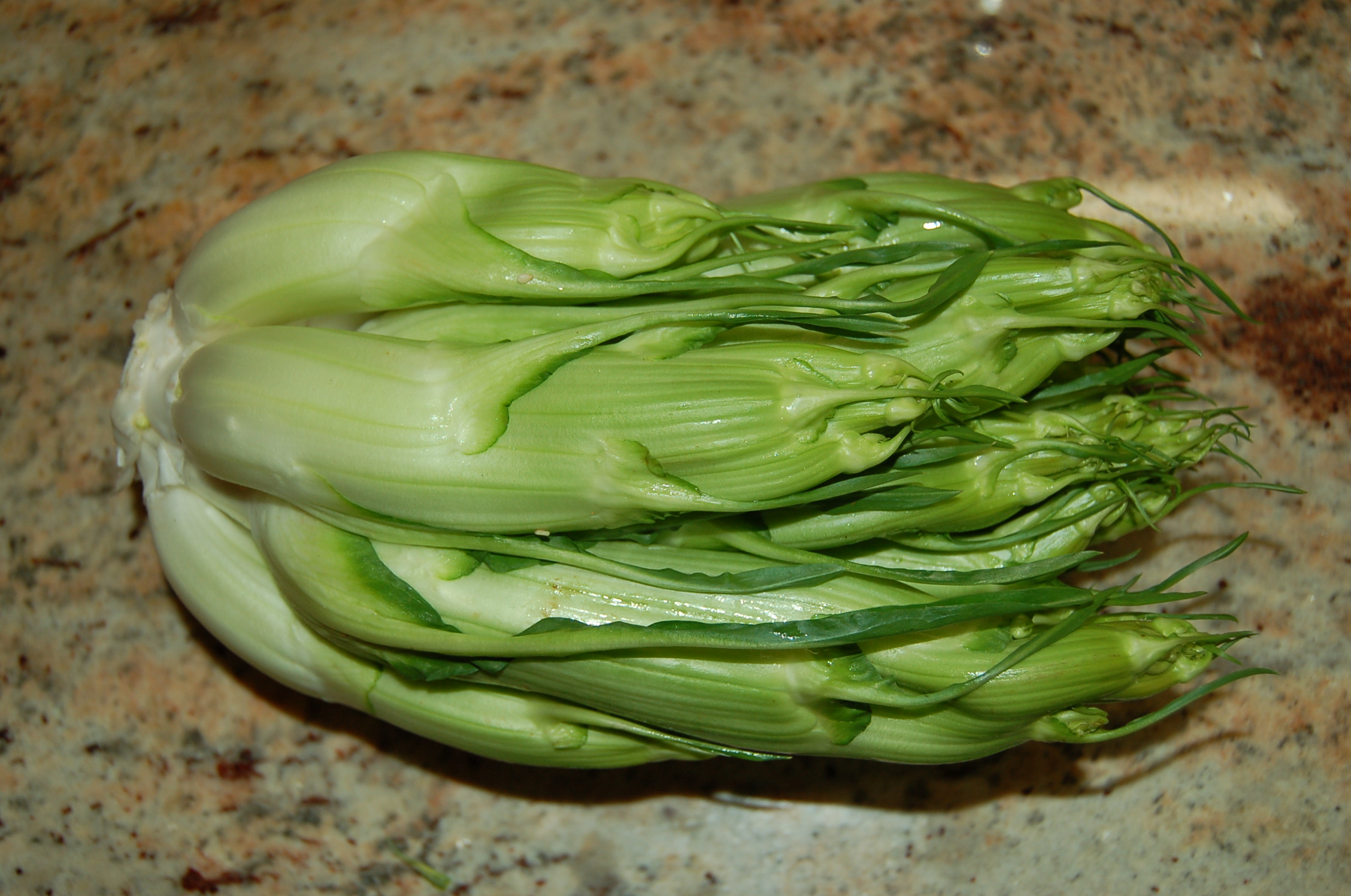
Puntarelle (Catalonga, Blattzichorie)
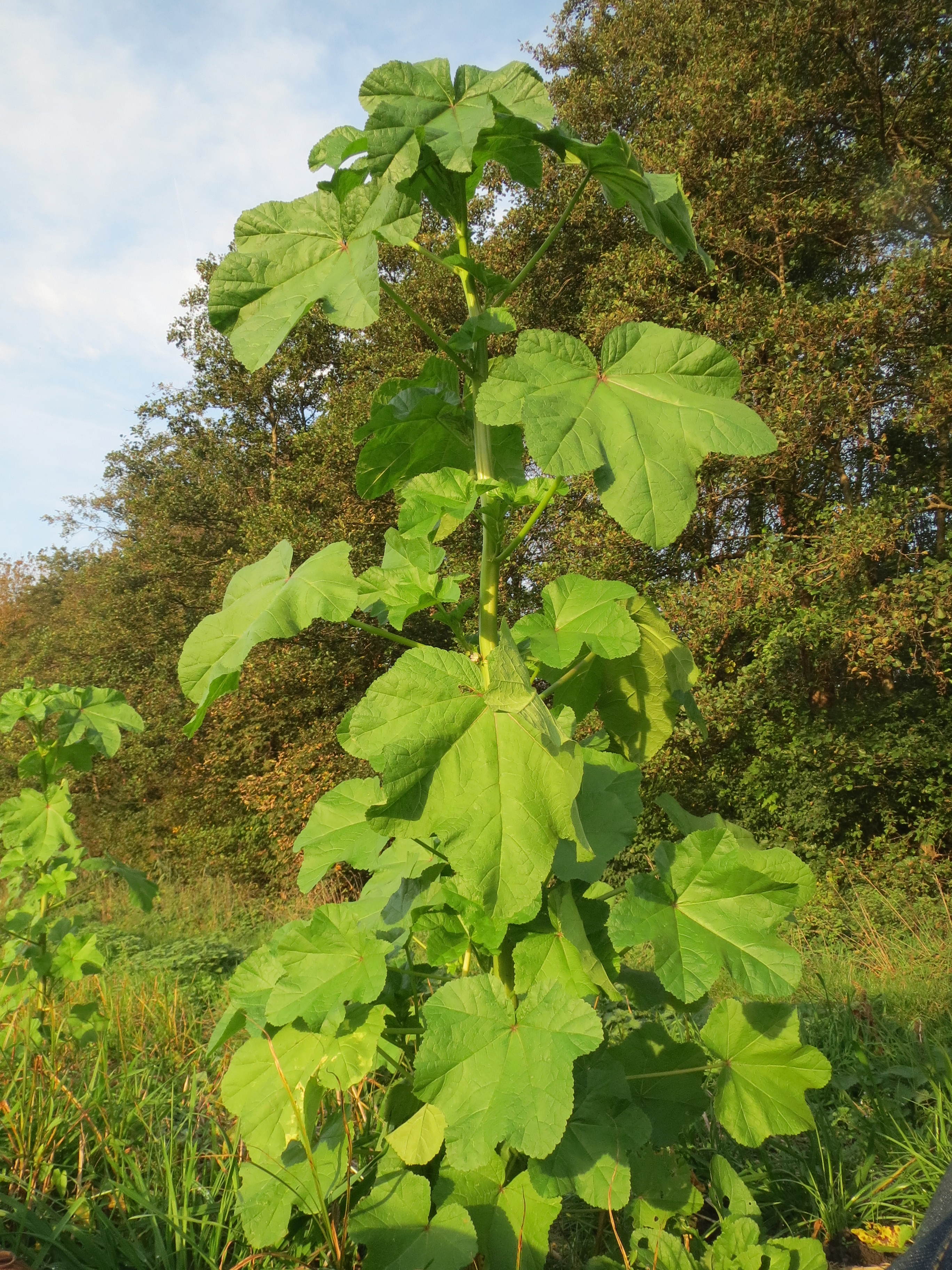
Quirl-Malve
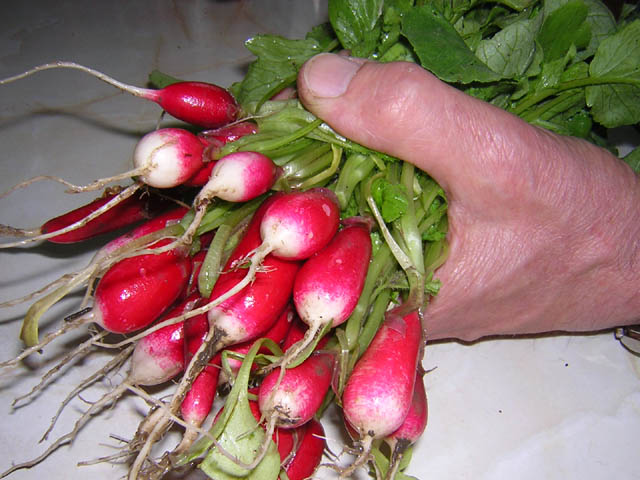
Radieschen
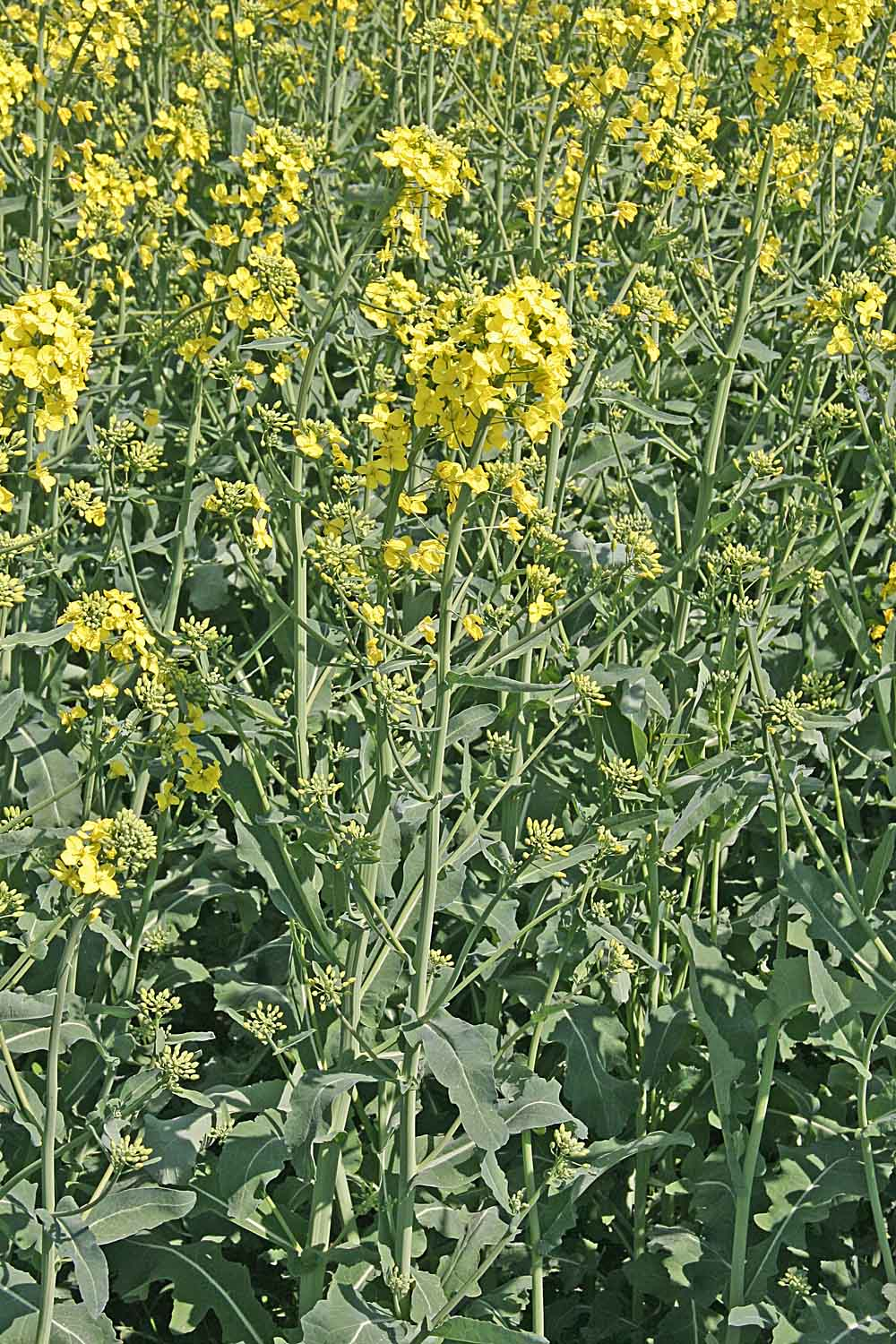
Raps (junge Blätter, Stängel und Blüten) (Nanohana)
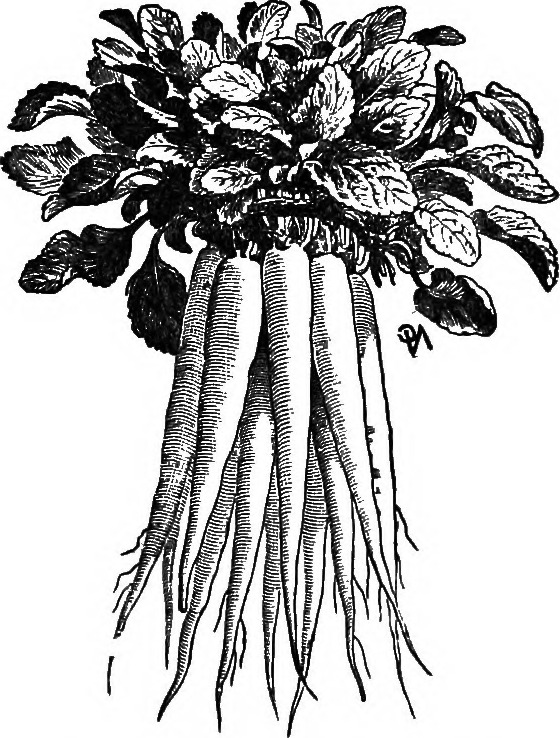
Rapunzel-Glockenblume (Wurzeln und junge Blätter)
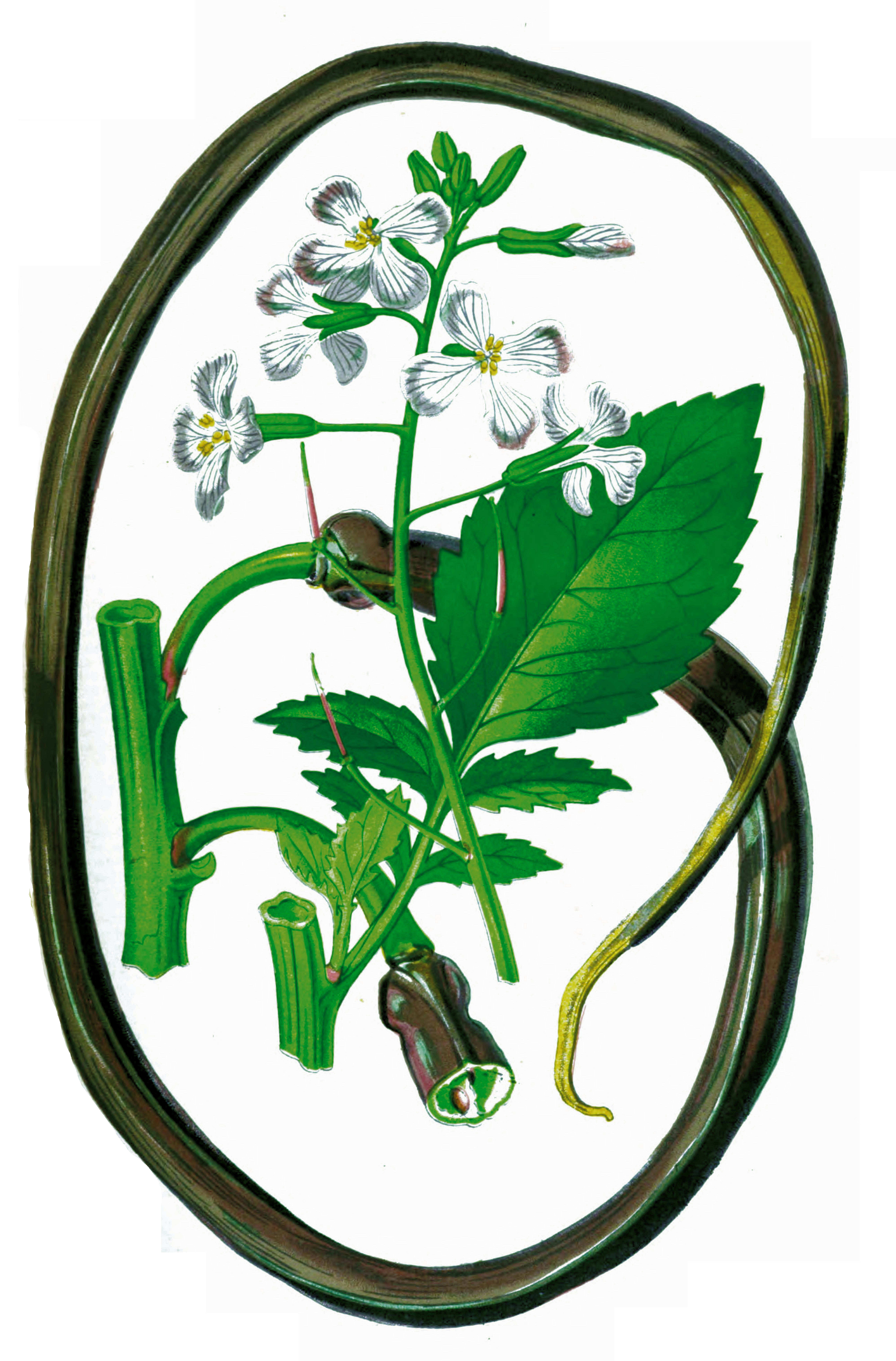
Rattenschwanzrettich (junge Früchte und Blätter)
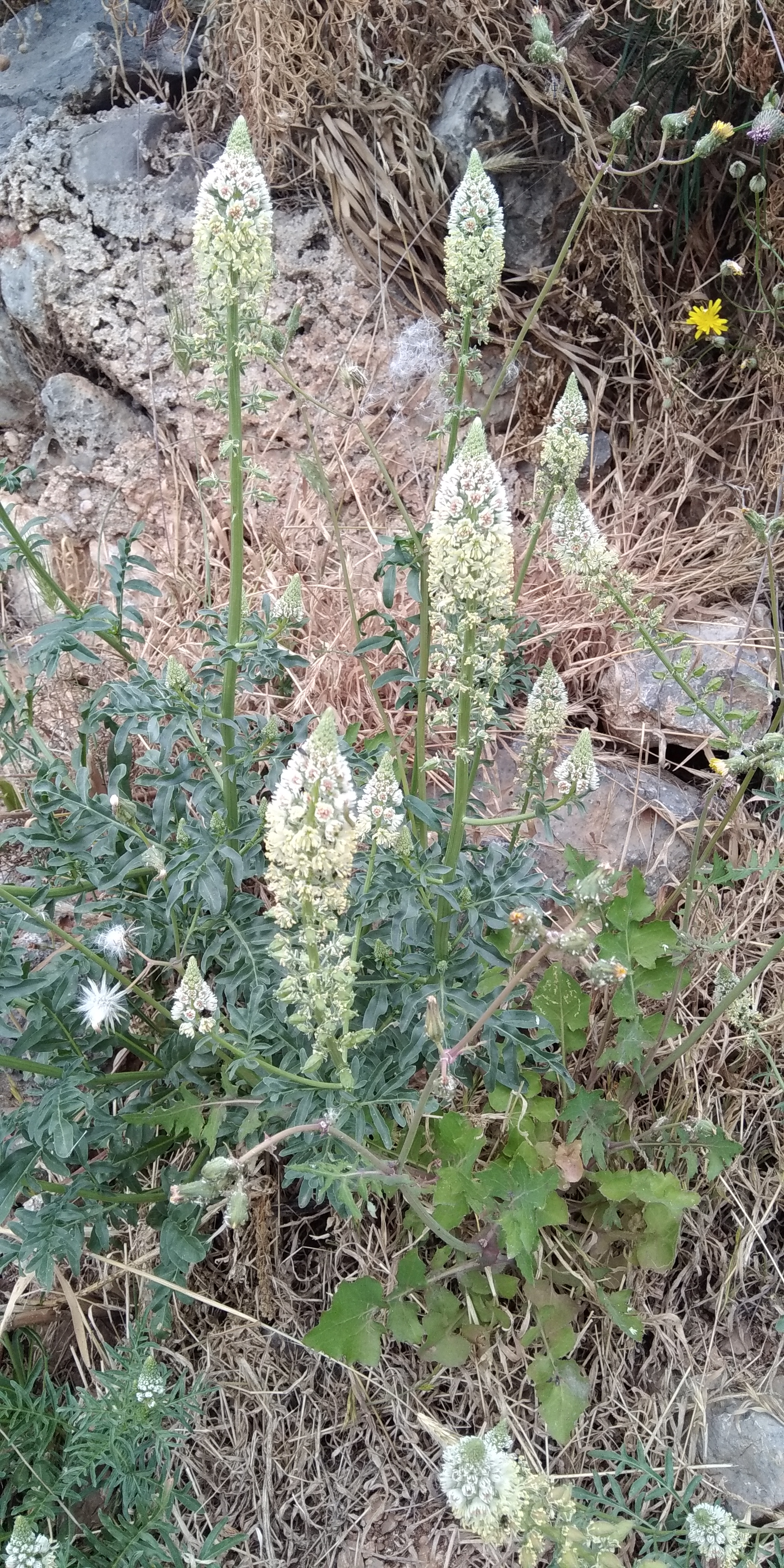
Reseda alba (junge Blätter und Sprossspitzen)
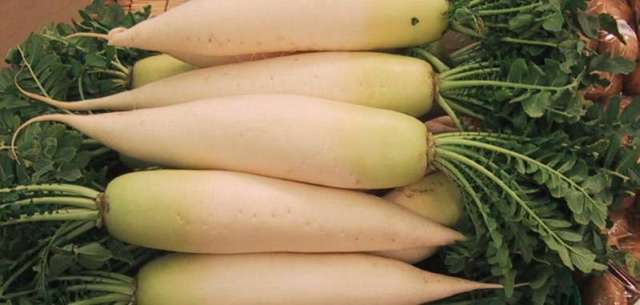
Rettich, Winterrettich (auch junge Früchte als Gemüse oder eingelegt)
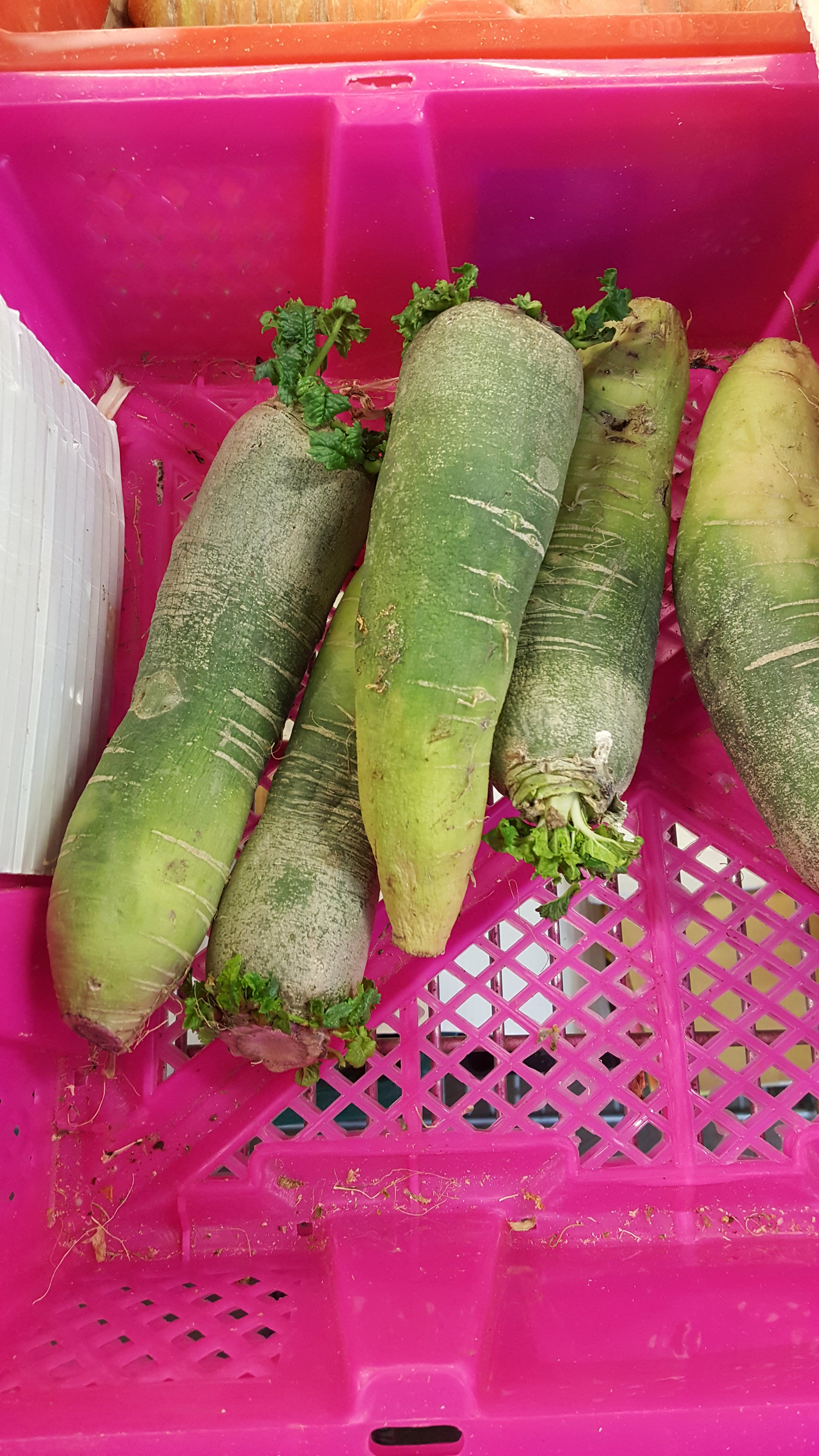
Grüner Rettich (Luobo, Winter-Rettich)
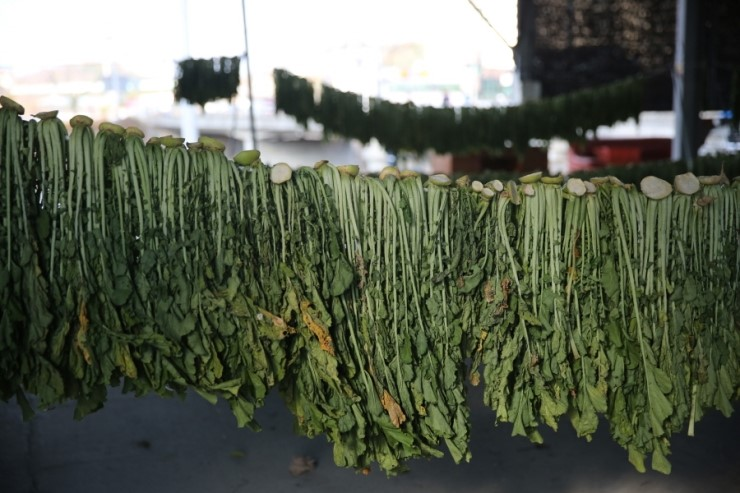
Rettichgrün (das Kraut; auch getrocknet)
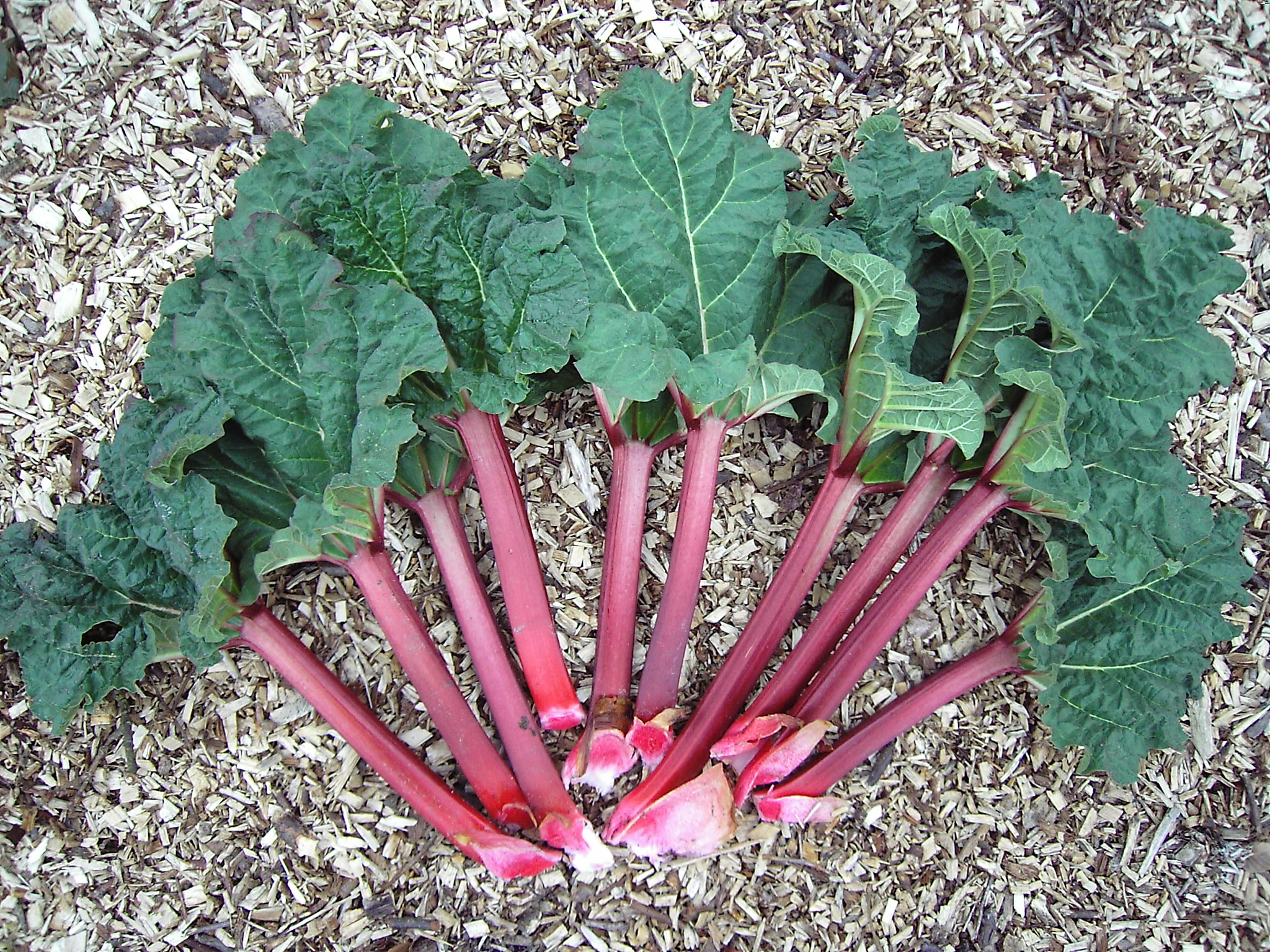
Rhabarber
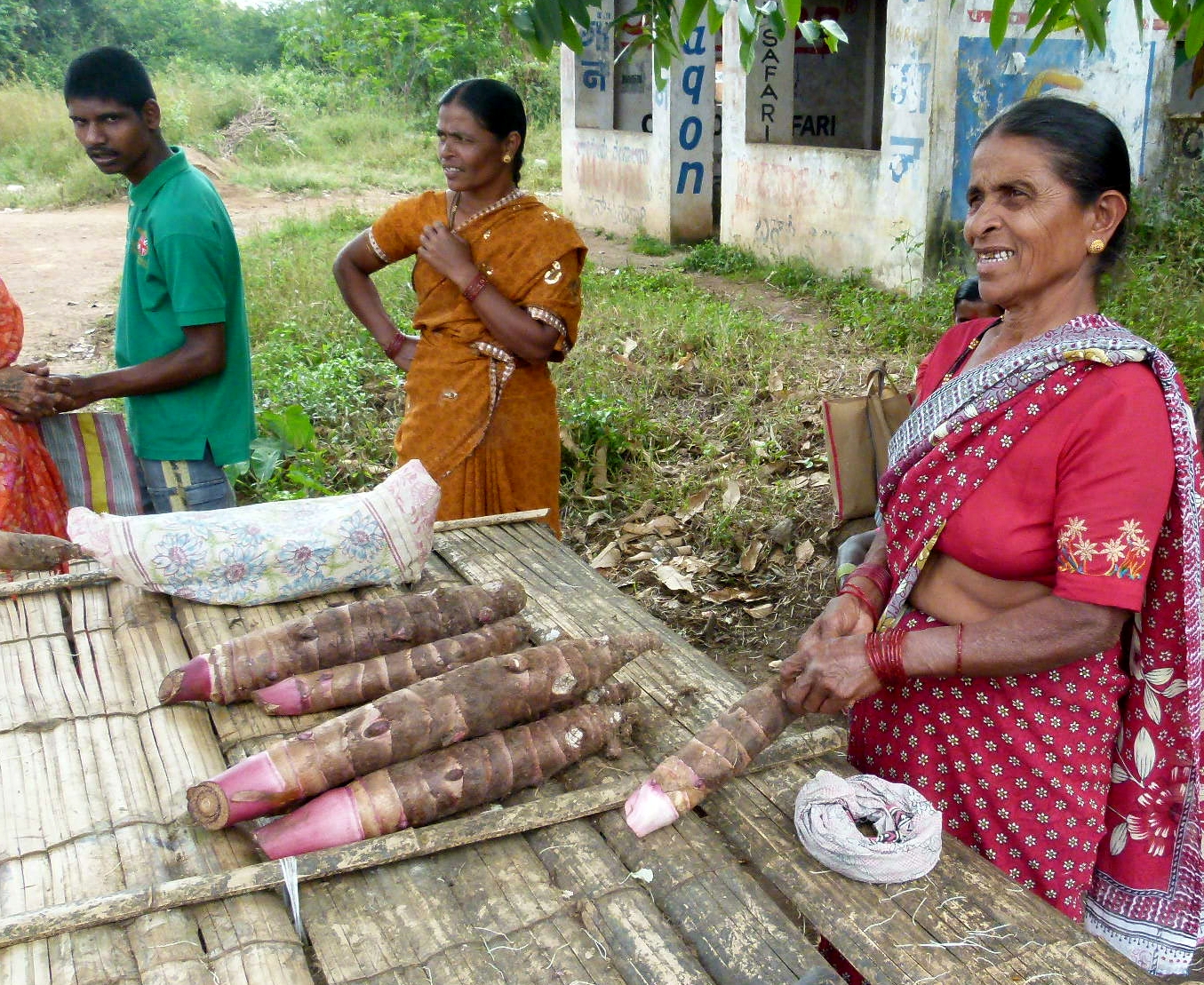
Riesenblättriges Pfeilblatt
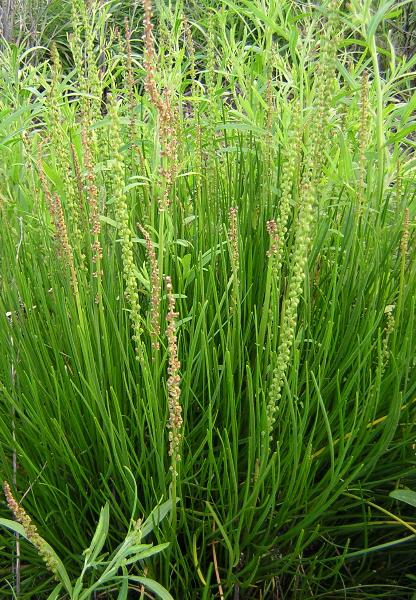
Röhrkohl (Strand-Dreizack) (ähnlich ist Sumpf-Dreizack)
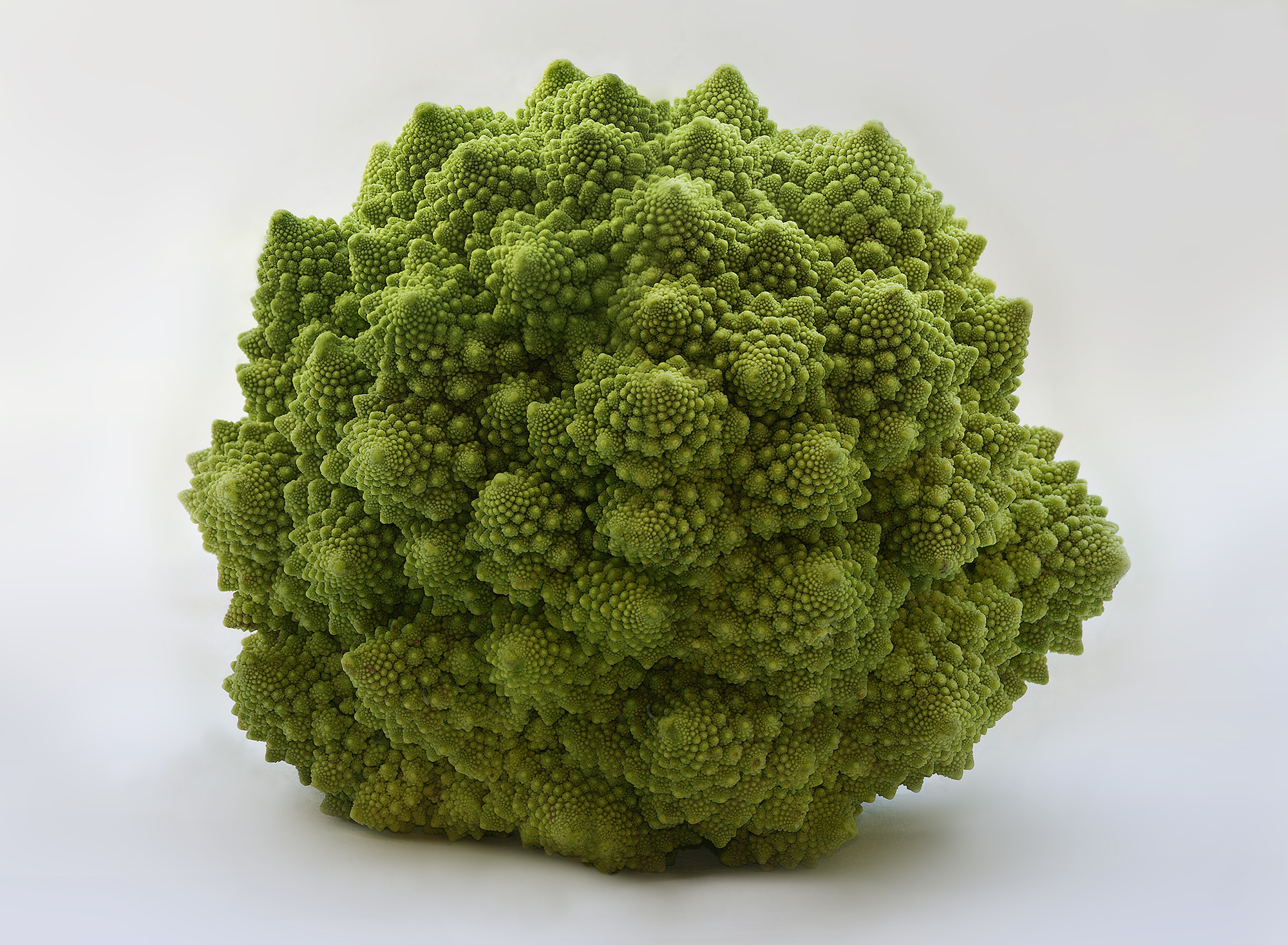
Romanesco
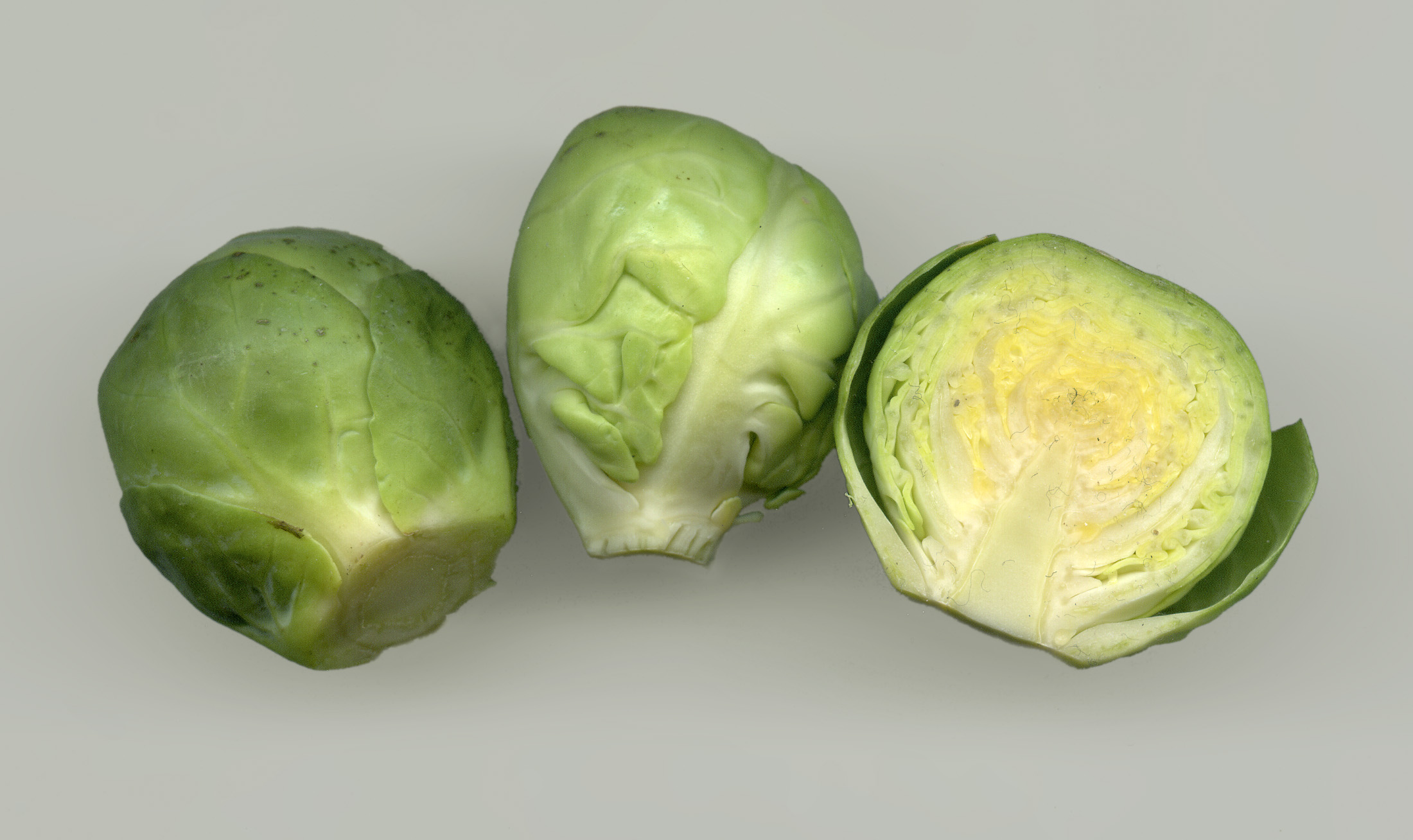
Rosenkohl (Brüsseler Kohl, Kohlsprossen) (auch die jungen Sprossspitzen; Rosenkohlherzen, -spitzen, können genutzt werden)
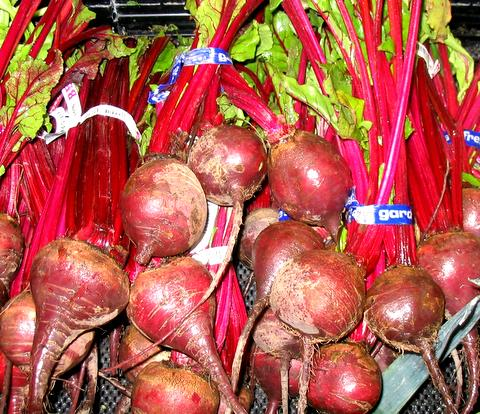
Rote Bete (Rote Rübe, Randen) (auch das Kraut kann verwendet werden) (es gibt auch weiße und gelbe Beten)
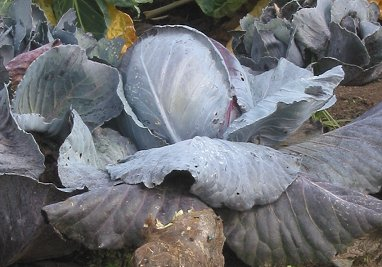
Rotkohl (Blaukraut, Kraut)
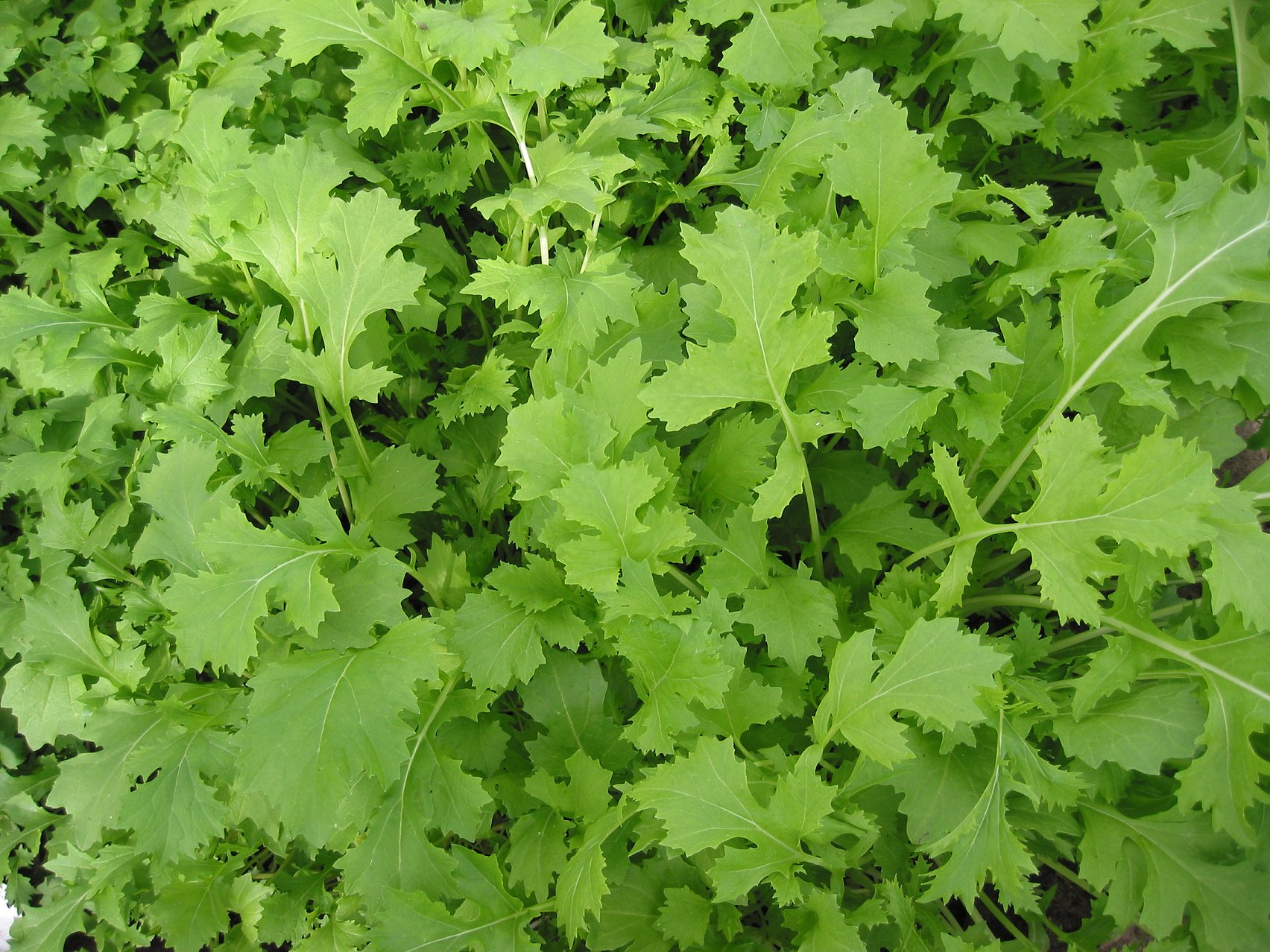
Rübstiel
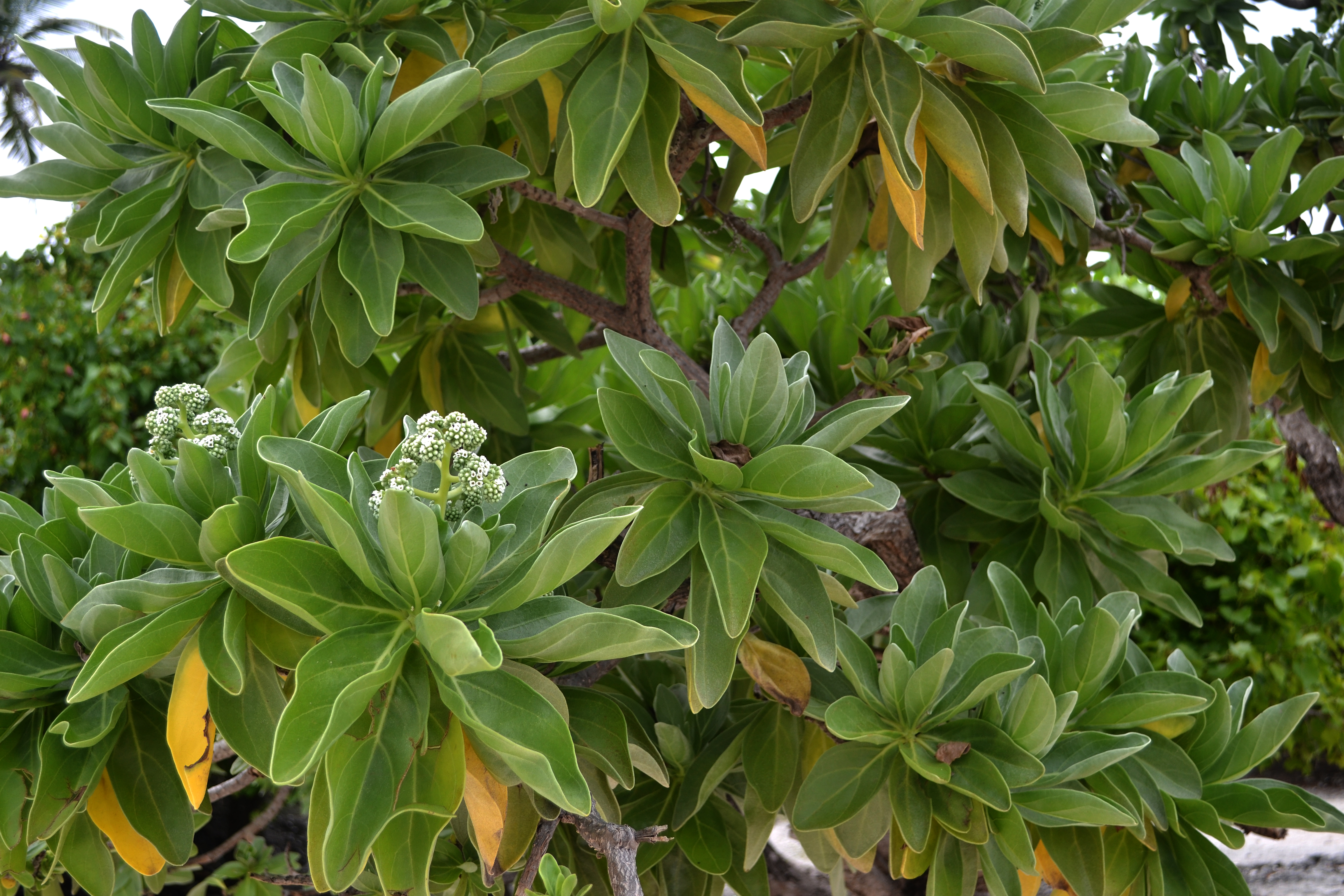
Samtblatt
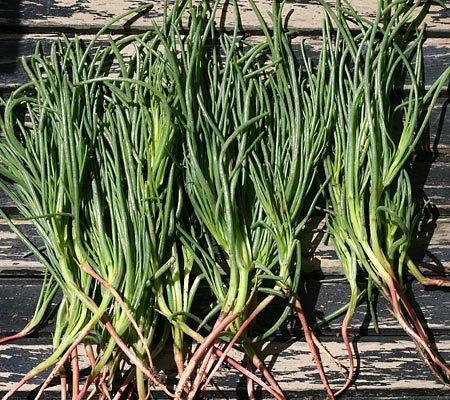
Salzkräuter (Mönchsbart, Saltwort, Agretti) (versch. Salsola-Arten oder Kali-Salzkraut, Portulak-Keilmelde)
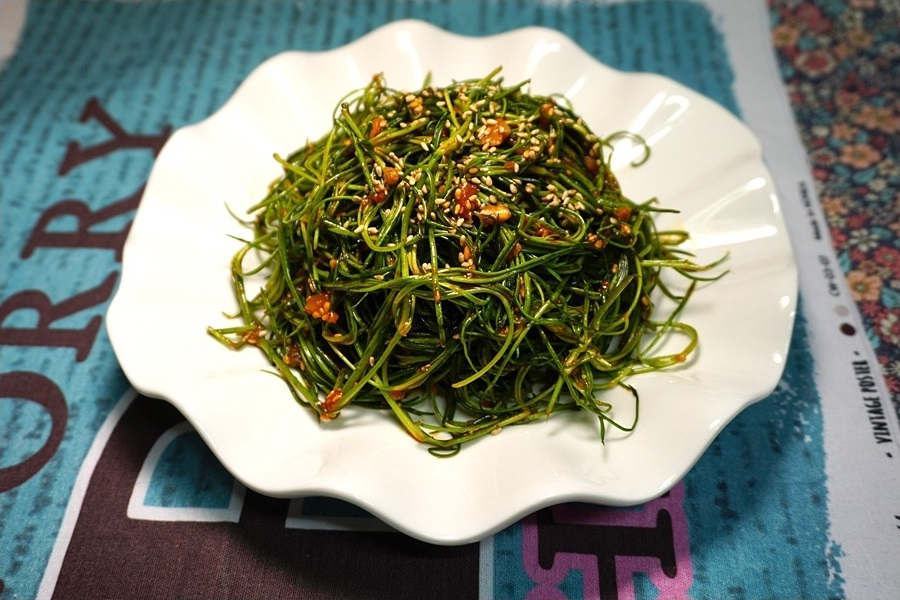
Salz-Schuppenmiere (ähnlich ist Salzmiere)
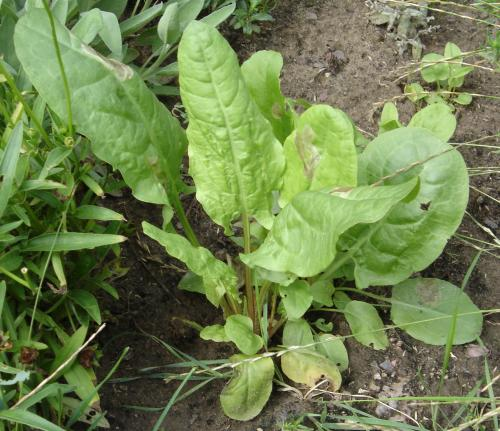
Sauerampfer (auch Hain-Ampfer, Schild-Ampfer, Stumpfblättriger Ampfer, Garten-Ampfer, Wiesen-Sauerampfer)
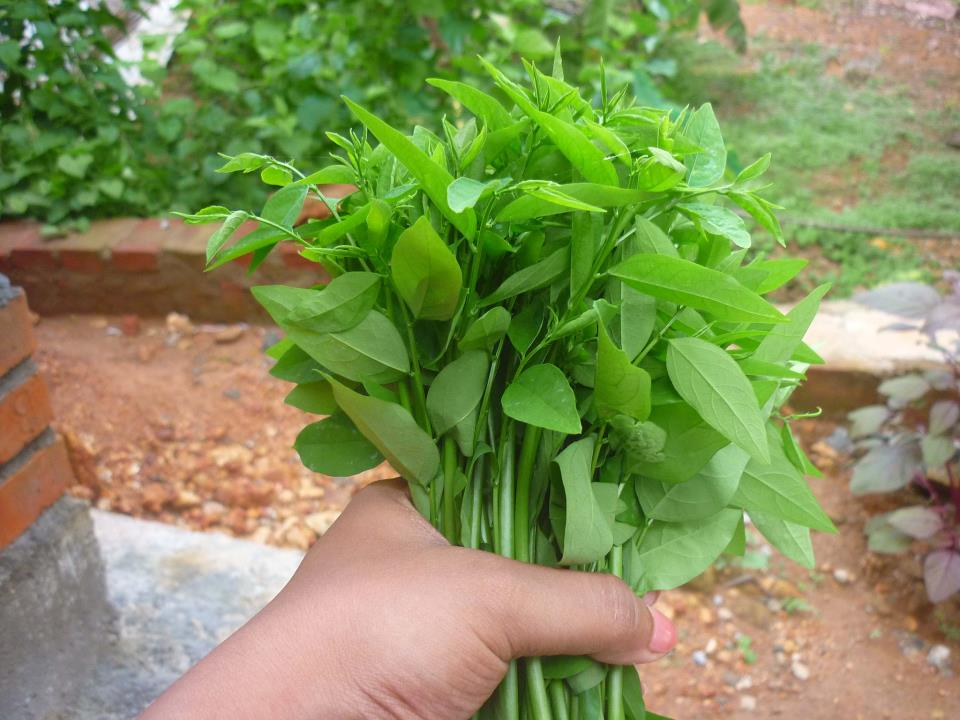
Sauropus androgynus
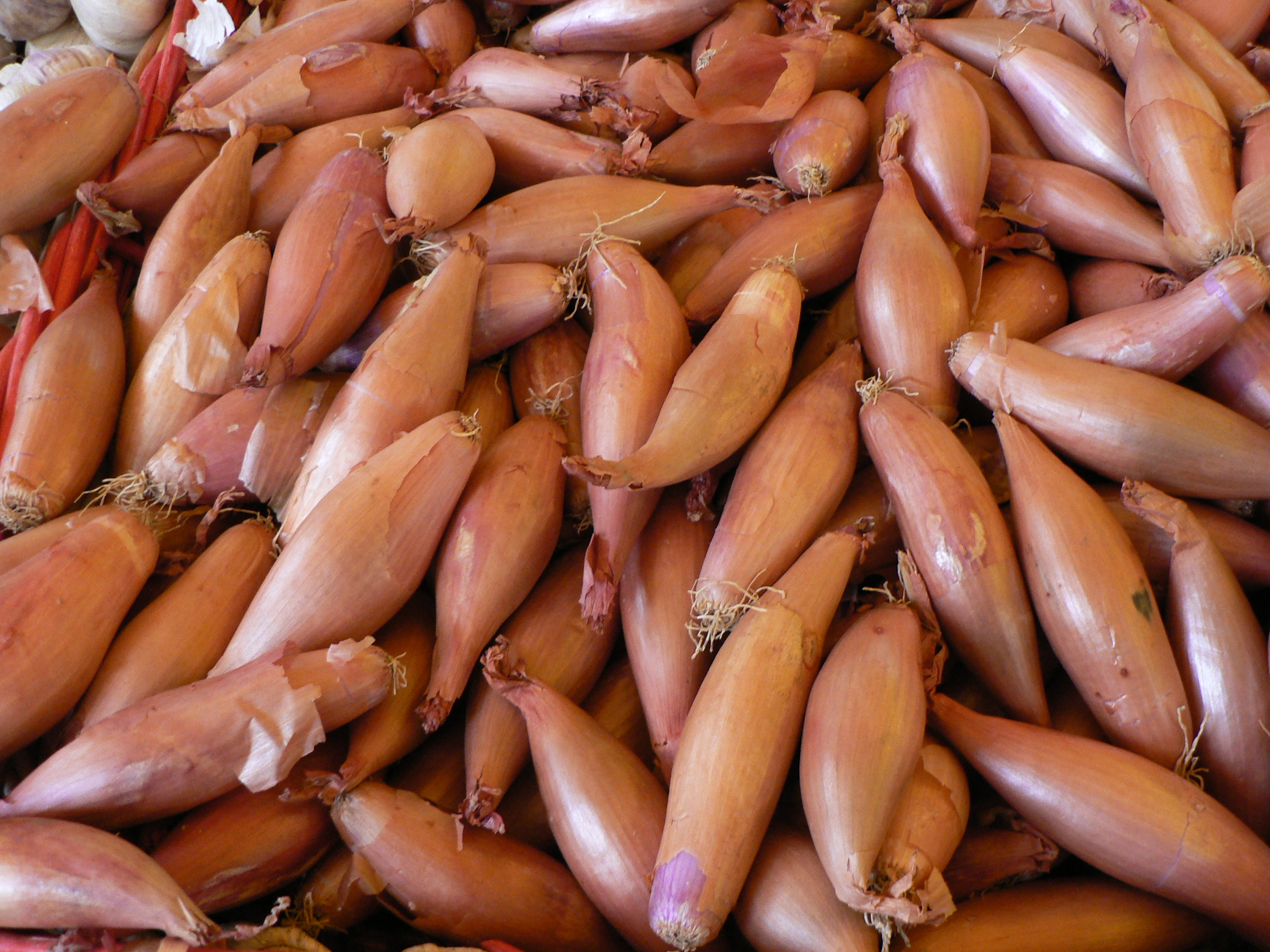
Schalotten
Schlangenhaargurke
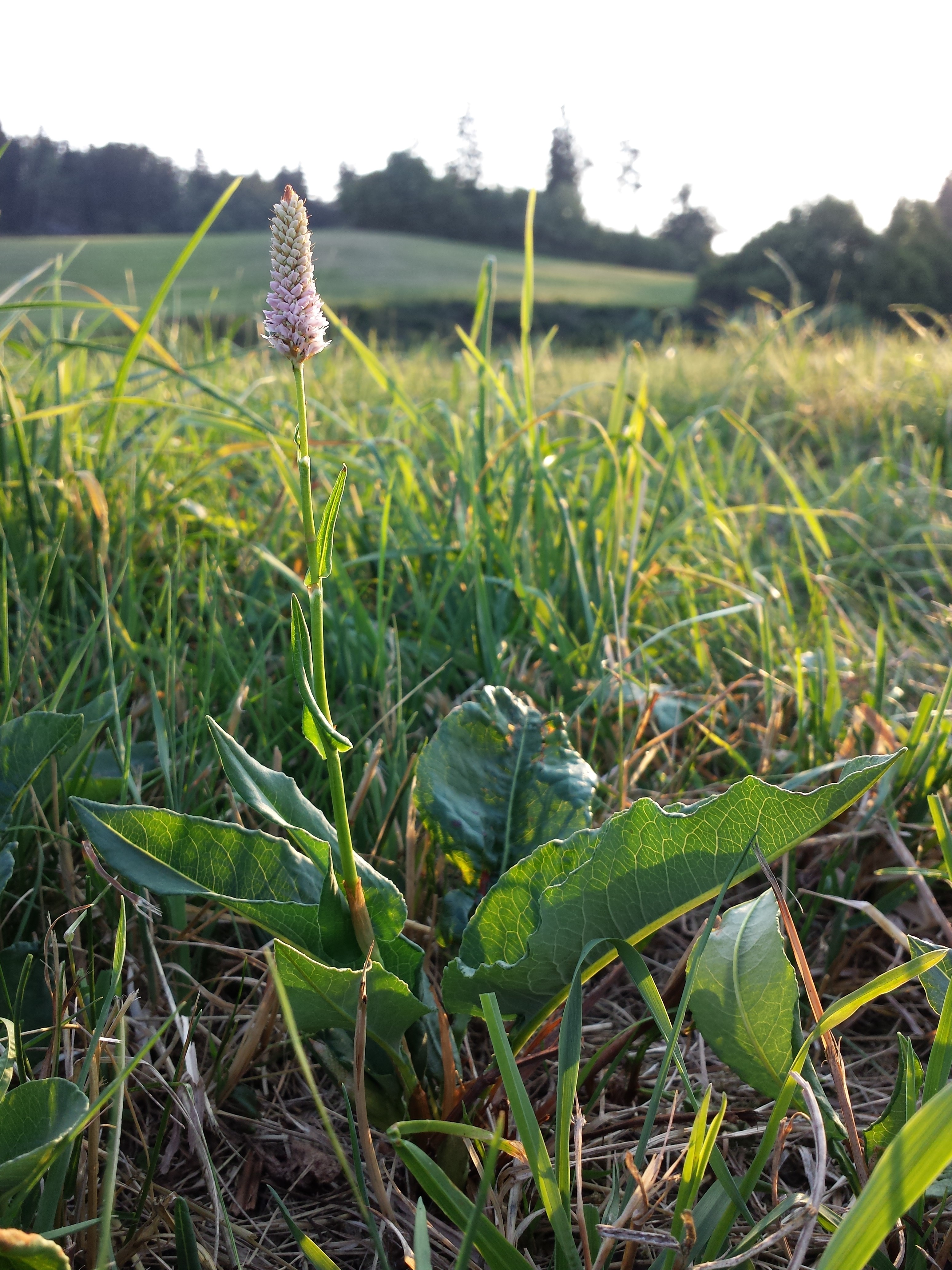
Schlangen-Knöterich (Wurzeln und Blätter)
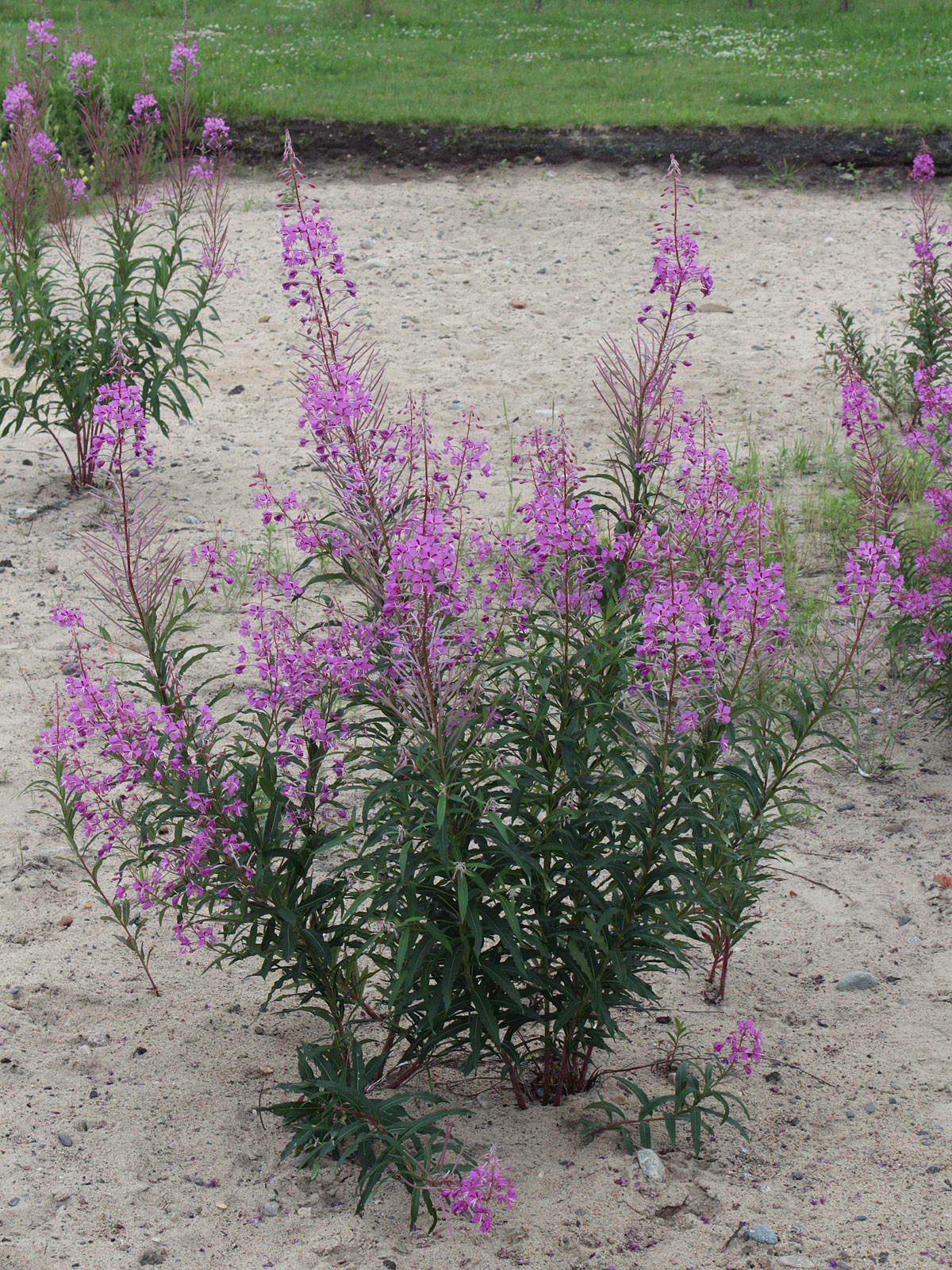
Schmalblättriges Weidenröschen (junge Sprossen, Blätter und Wurzeln)
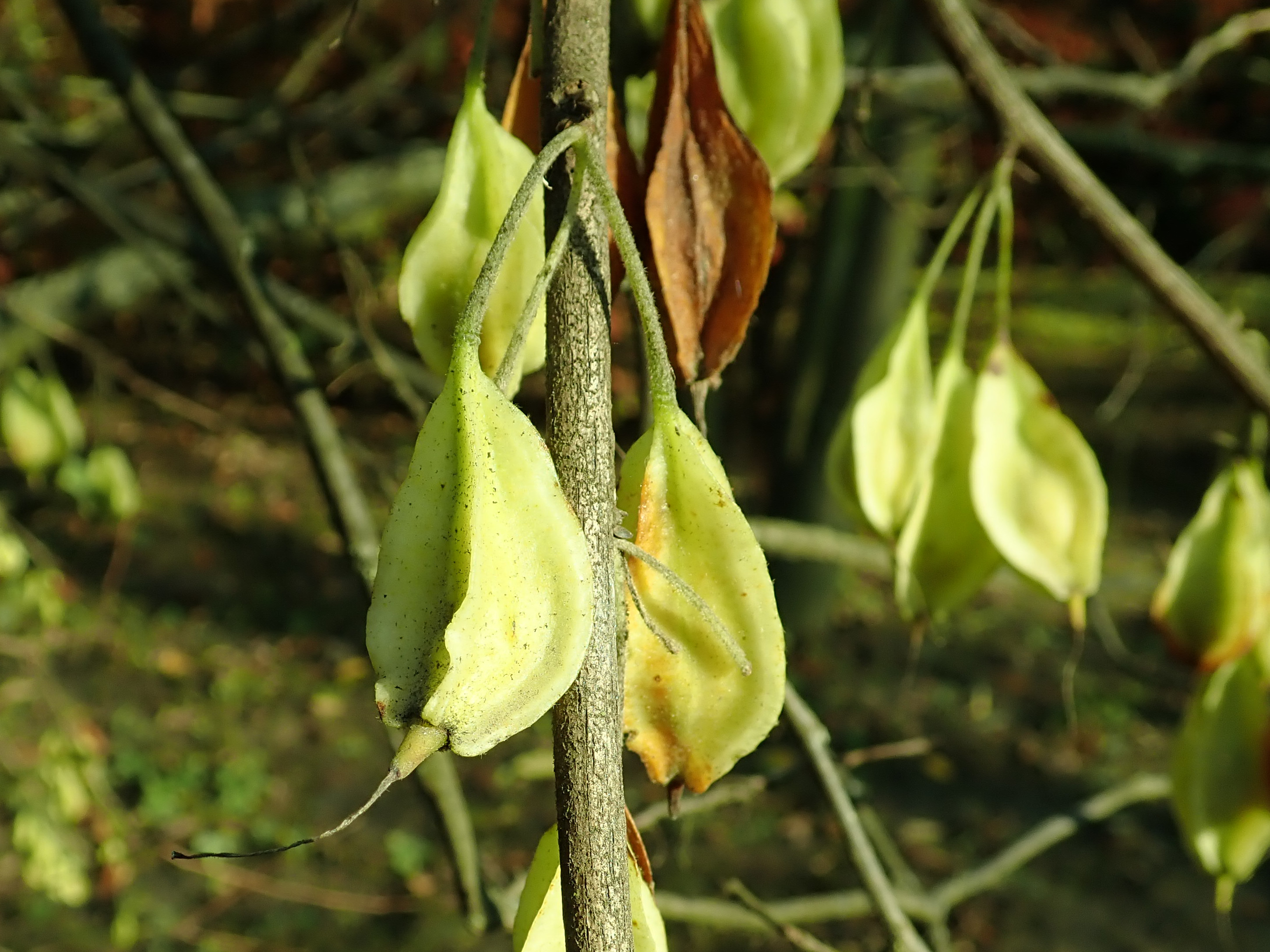
Schneeglöckchenbaum (junge Früchte)
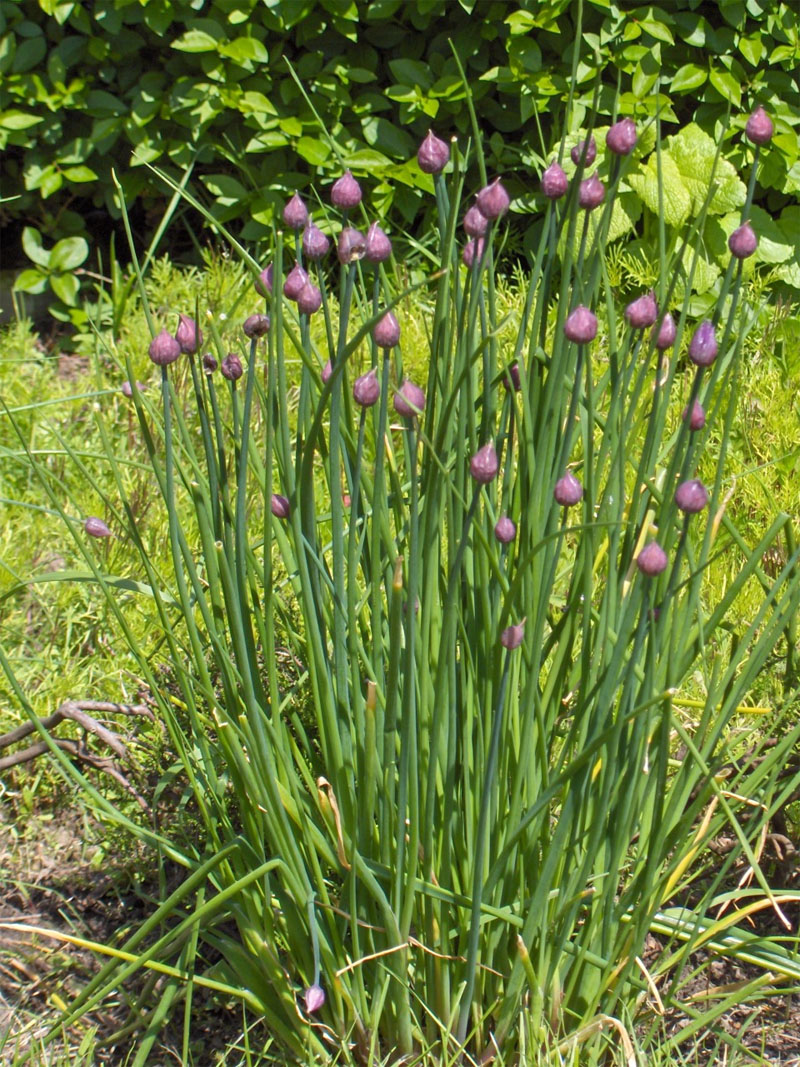
Schnittlauch
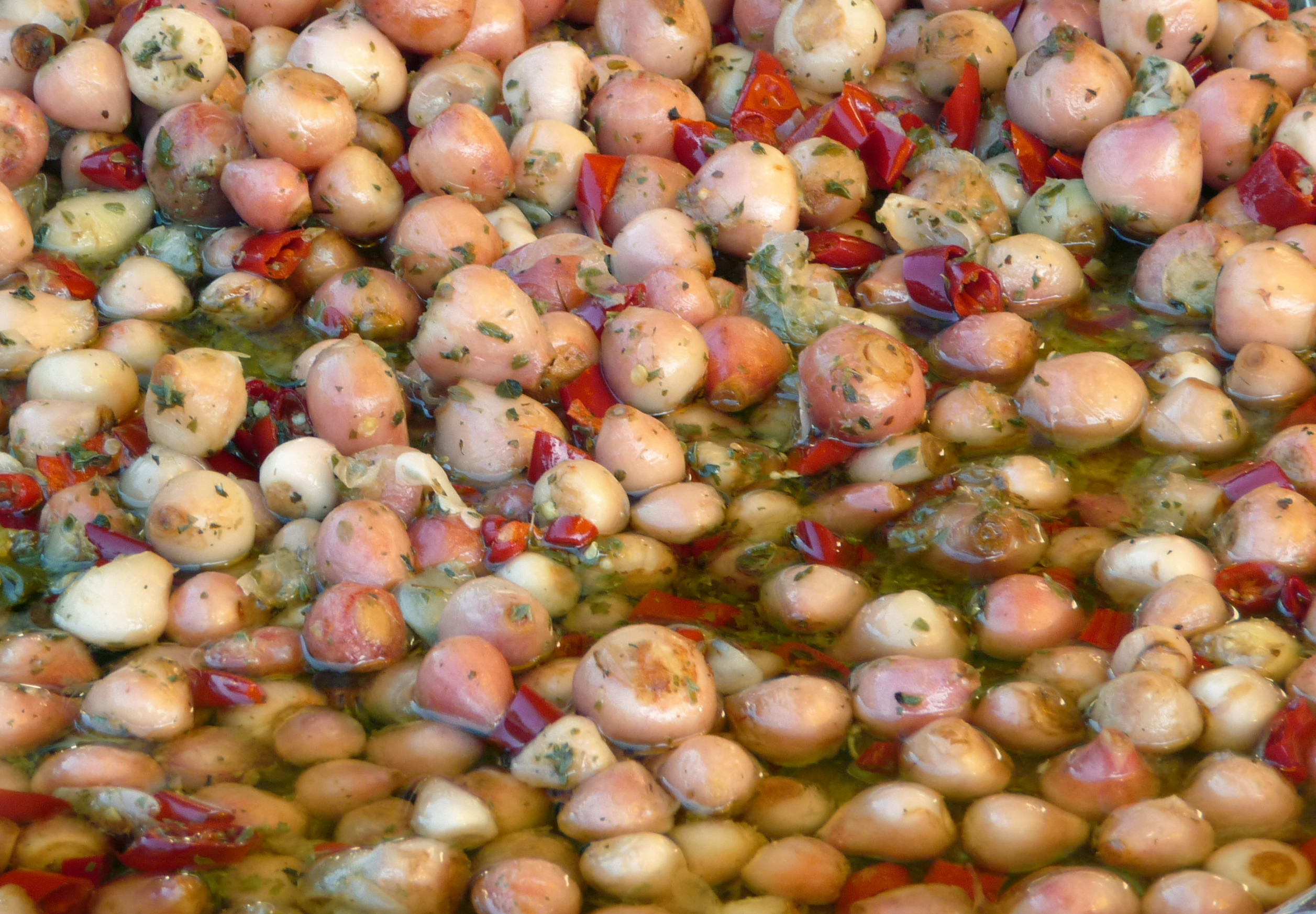
Schopfige Traubenhyazinthe
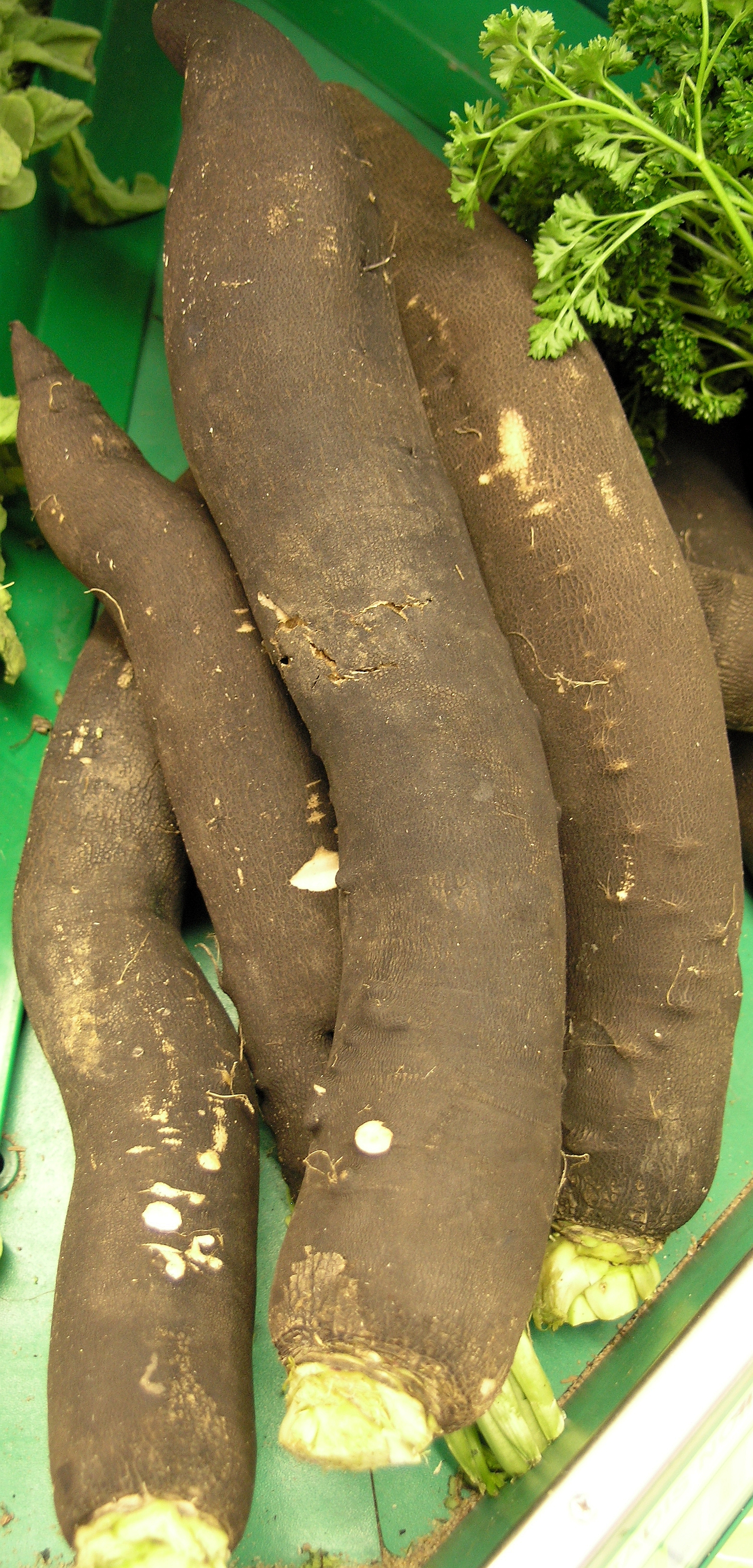
Schwarzer Winter-Rettich
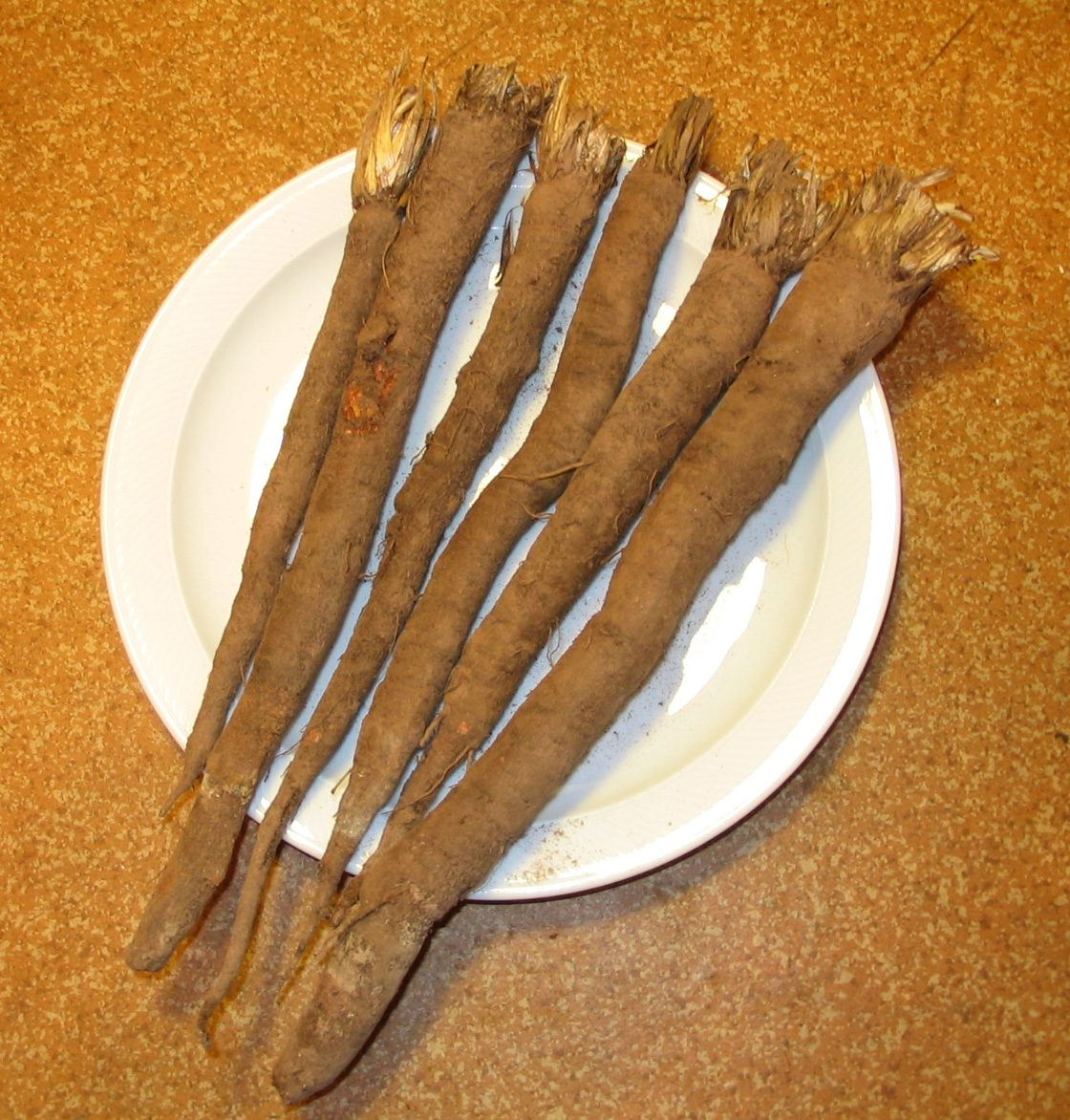
Schwarzwurzel
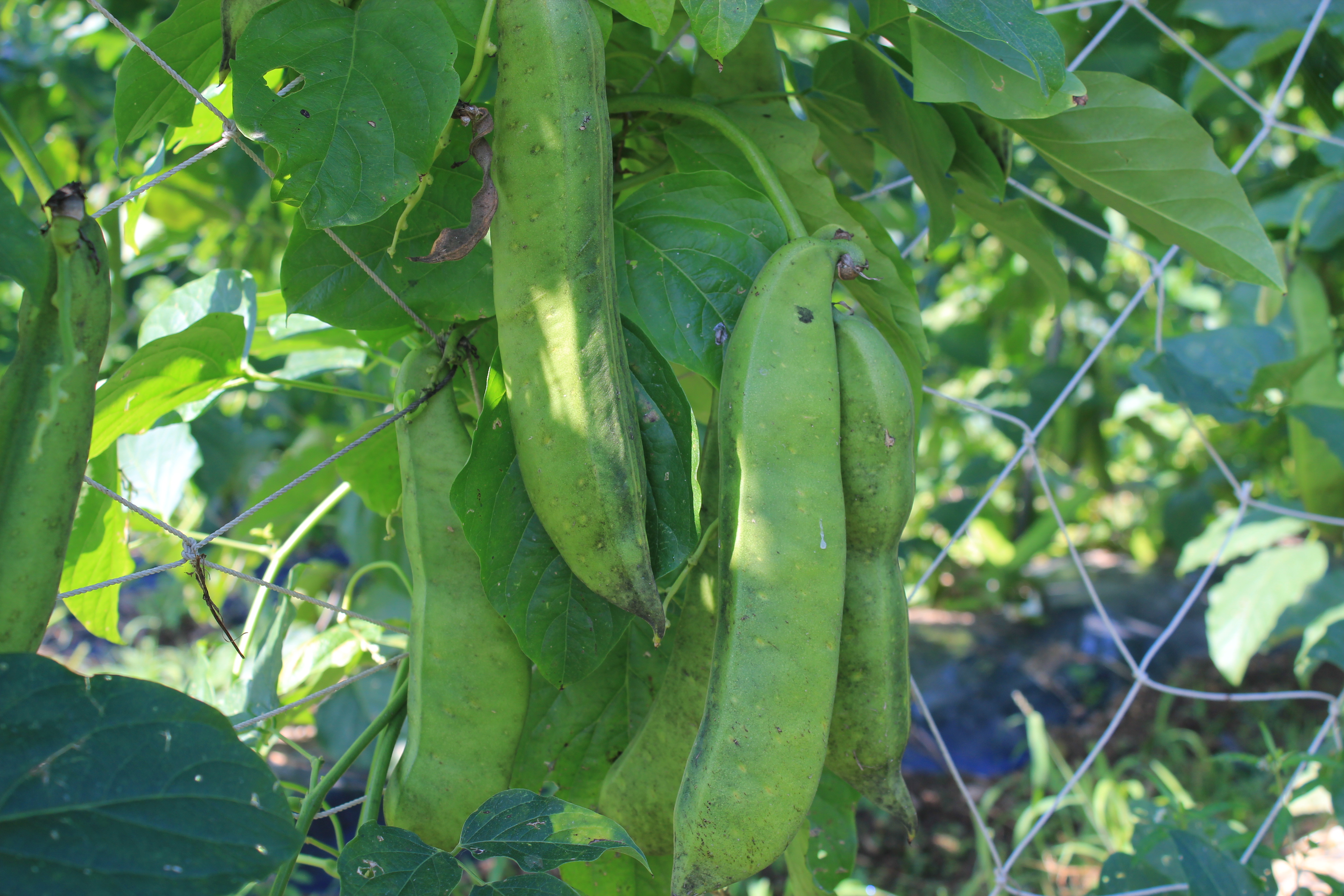
Schwertbohne
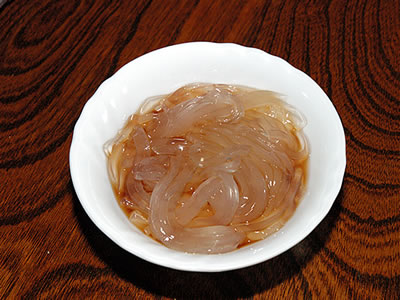
Seetang
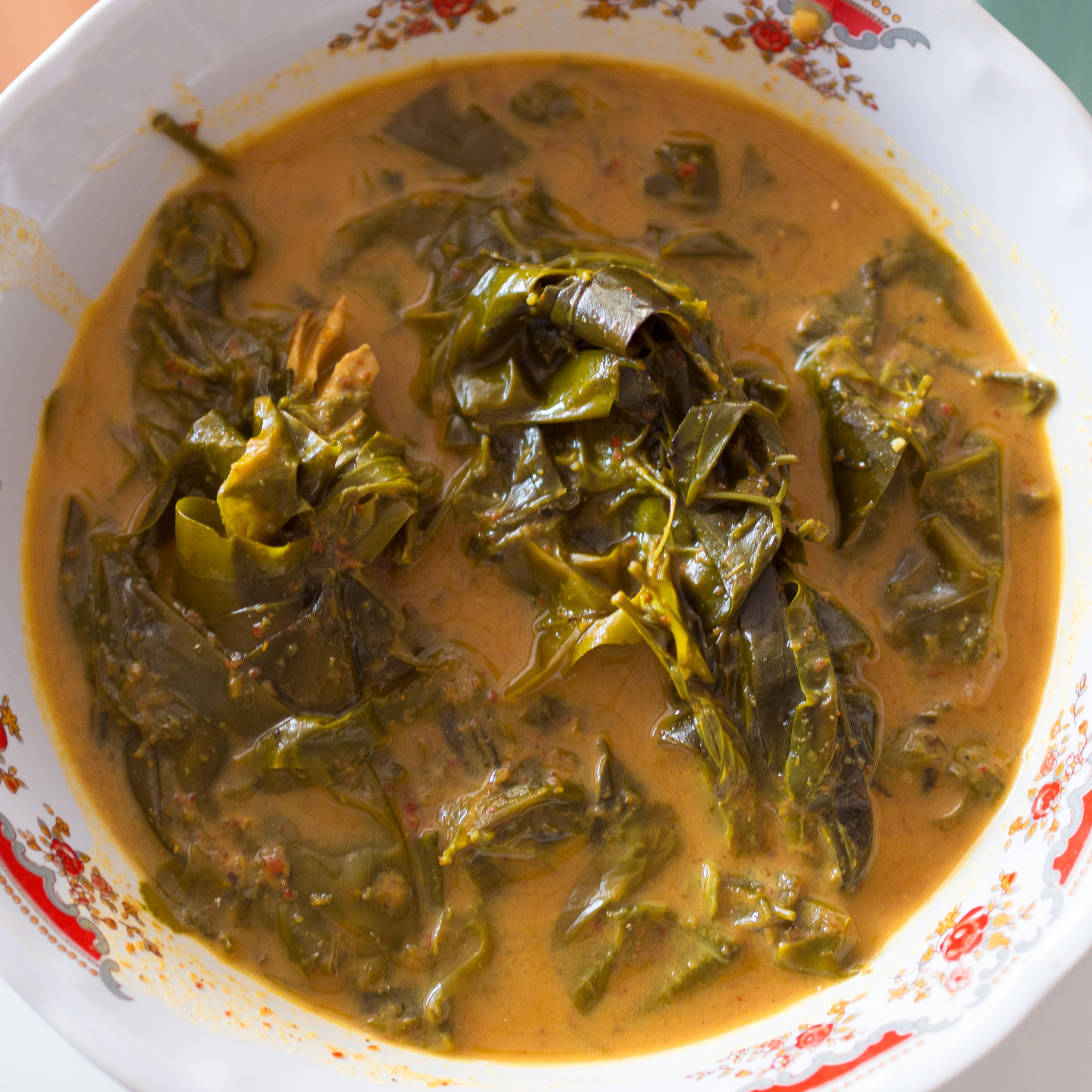
Senna siamea (junge Blätter, Blüten, Früchte und Samen) (nur gekocht)
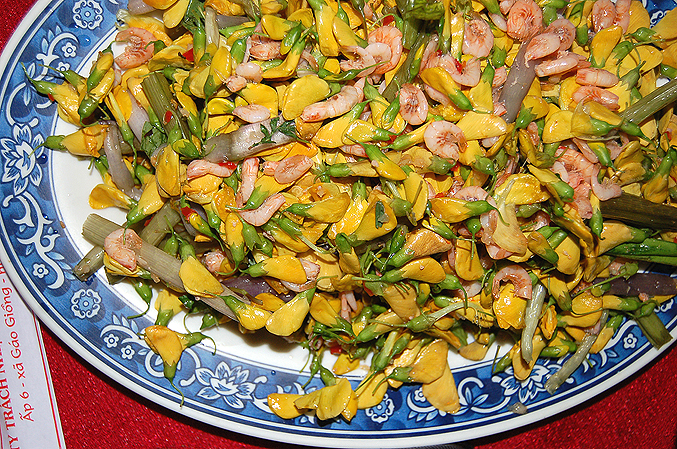
Sesbania bispinosa, Sesbania gradiflora (Blüten und Samen) (bei S. grandiflora auch junge Früchte, Sprossen und Blätter)
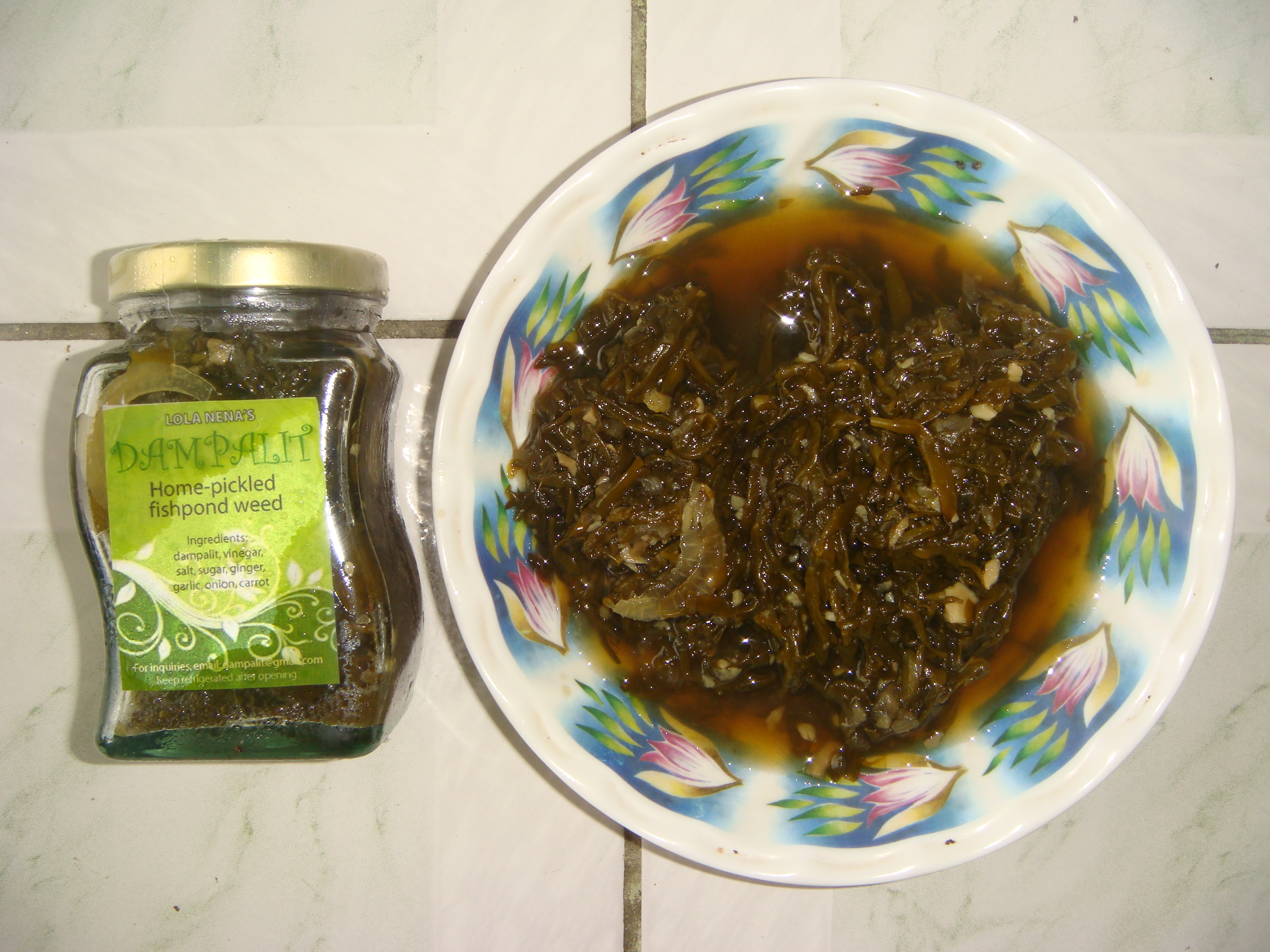
Sesuvium portulacastrum (meist gekocht und eingelegt)
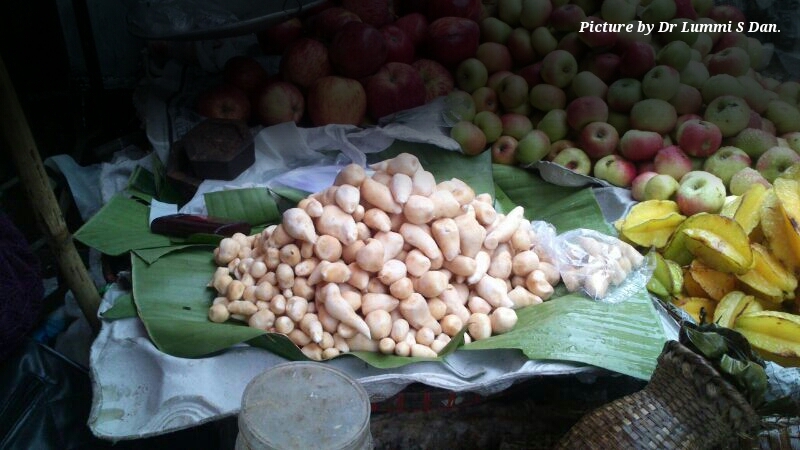
Soh-Phlong (Wurzeln roh)
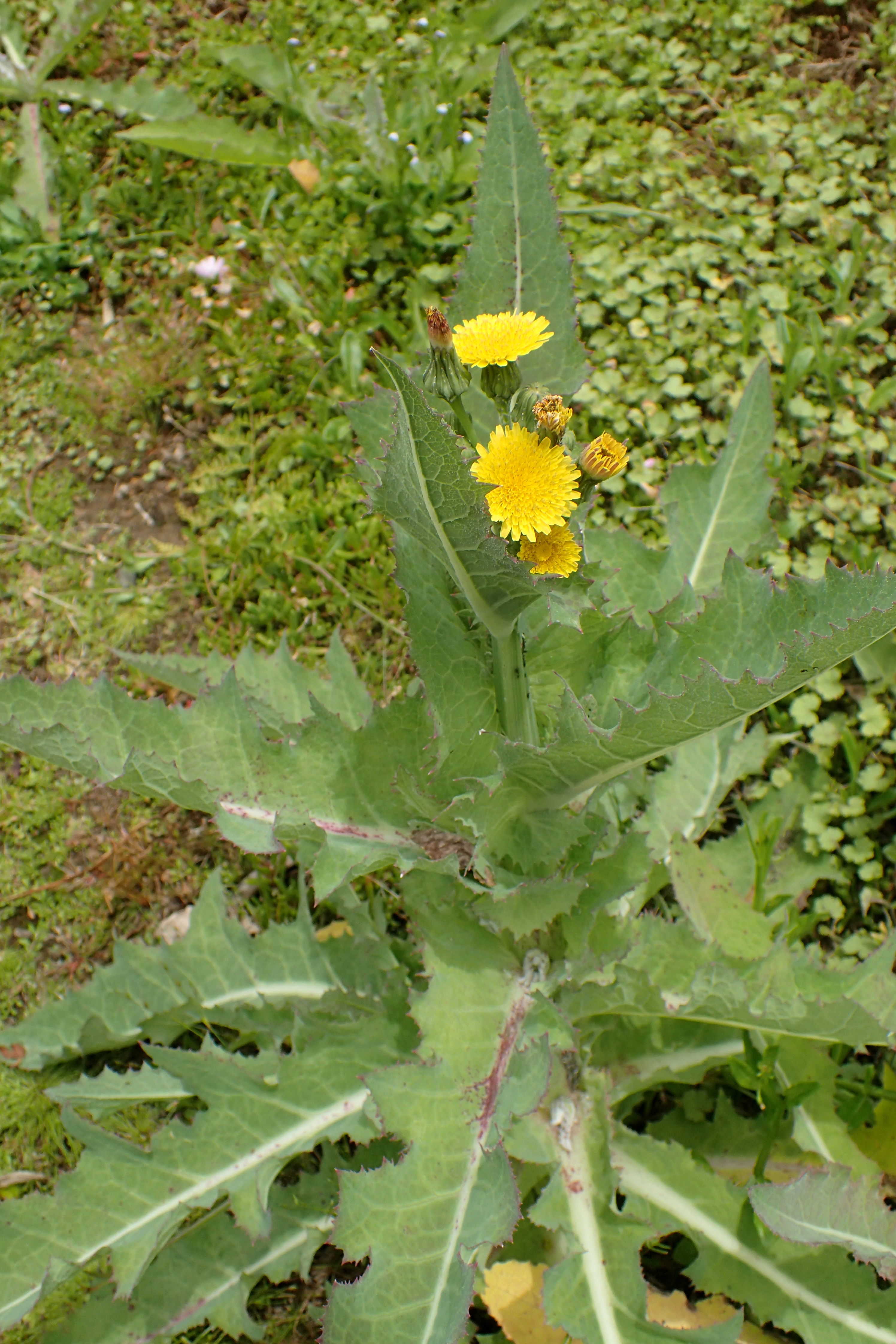
Sonchus kirkii
Silber-Brandschopf
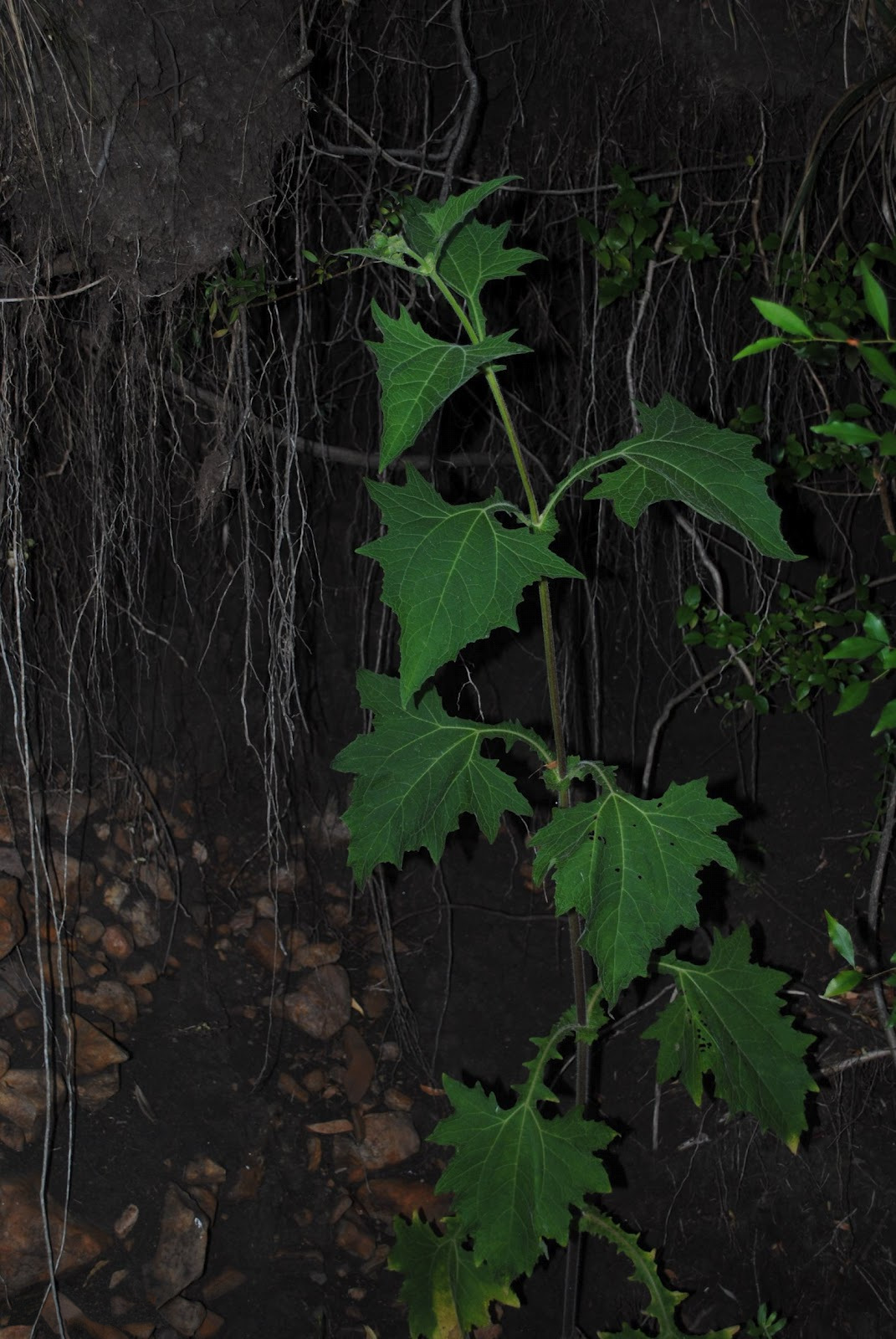
Smallanthus connatus (Syn.: Polymnia connata) (Yacon-Gaucho) (die länglichen Wurzeln werden verwendet; nicht im Bild)
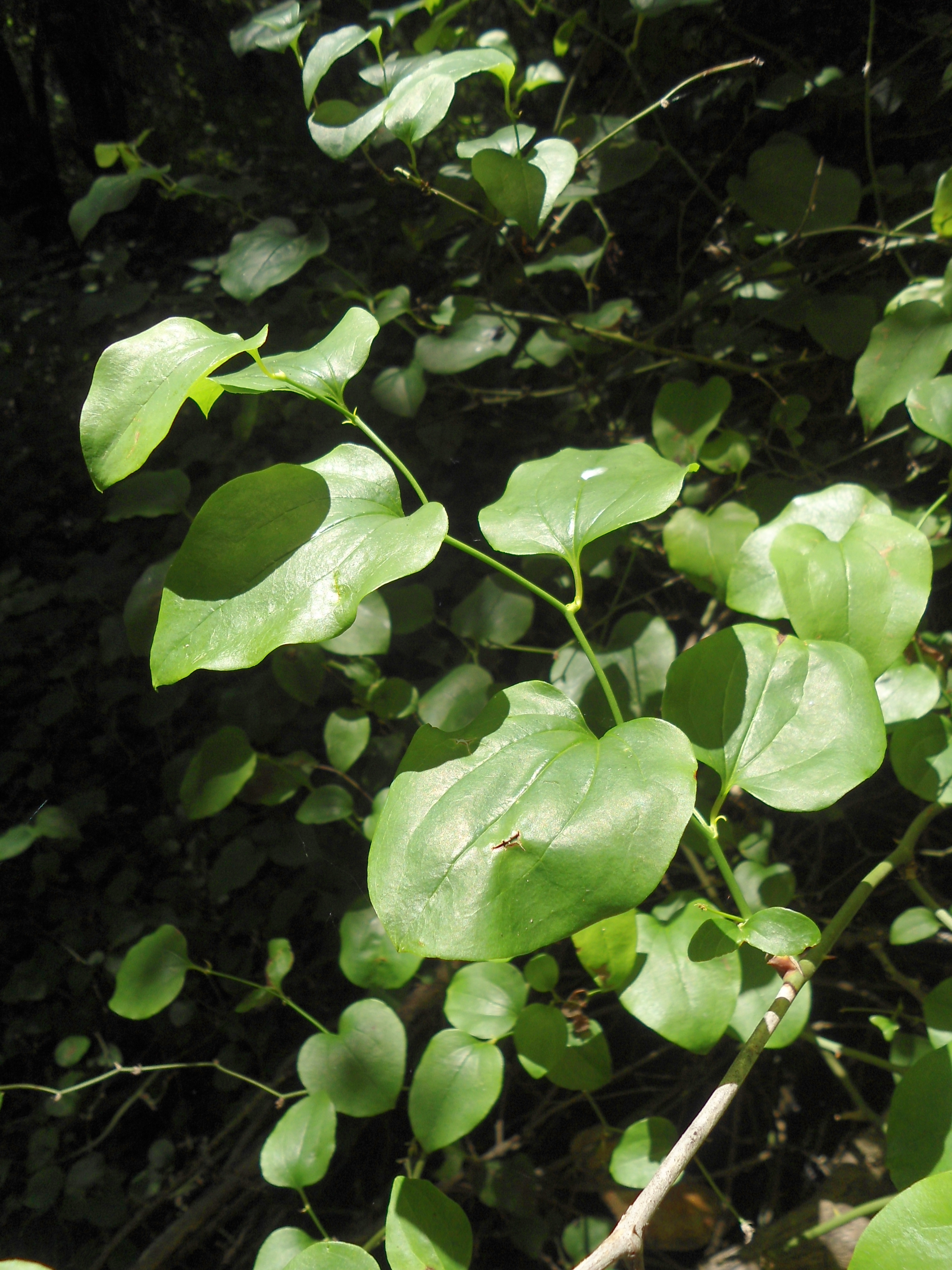
Smilax excelsa u. a. Blätter und junge Triebe (georg. Ekala, Dziruga, trk. Merevcen, Melvocan, Melocan, Silcan)
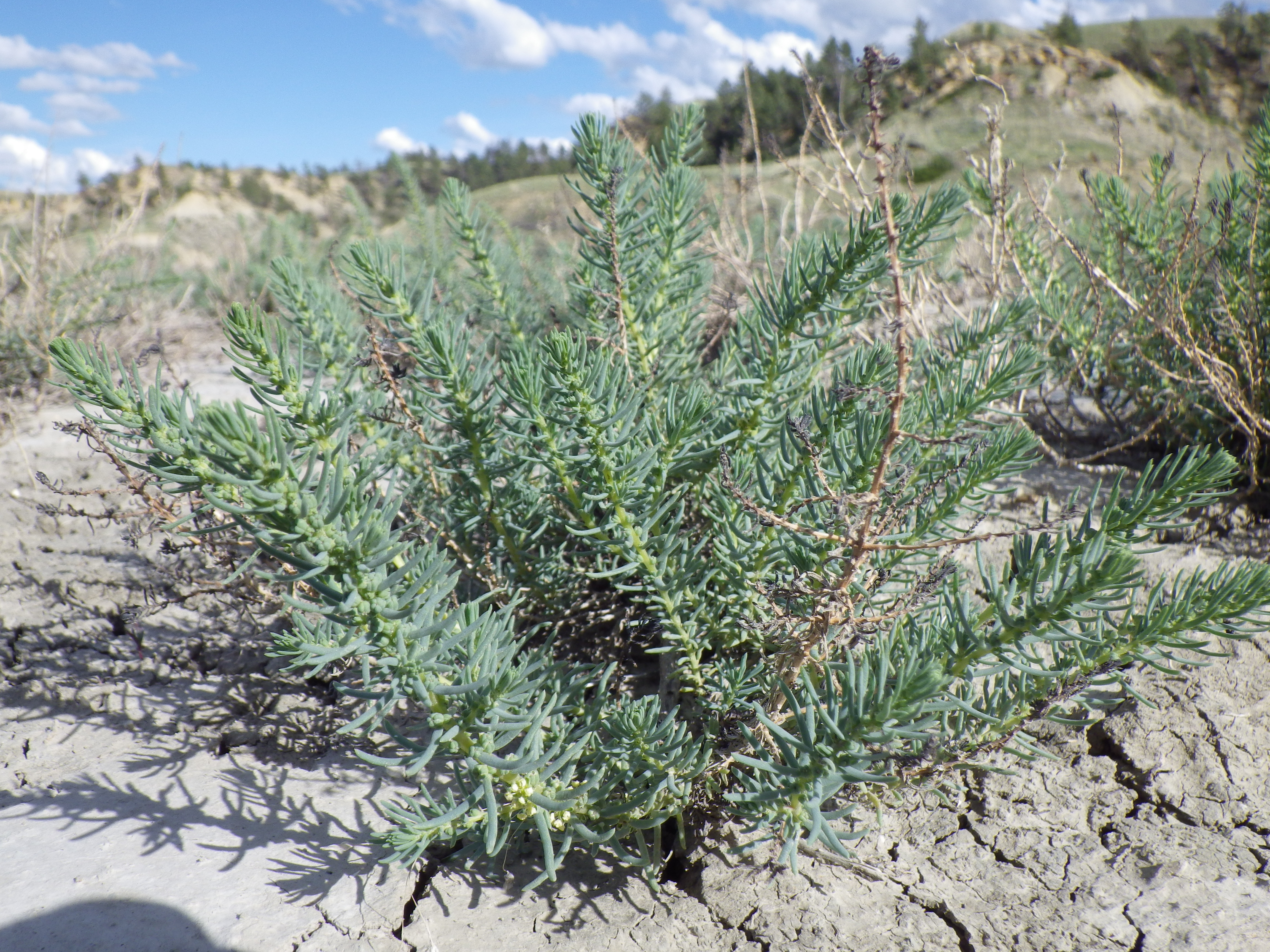
Soden, Salzmelden (Suaeda spp.)
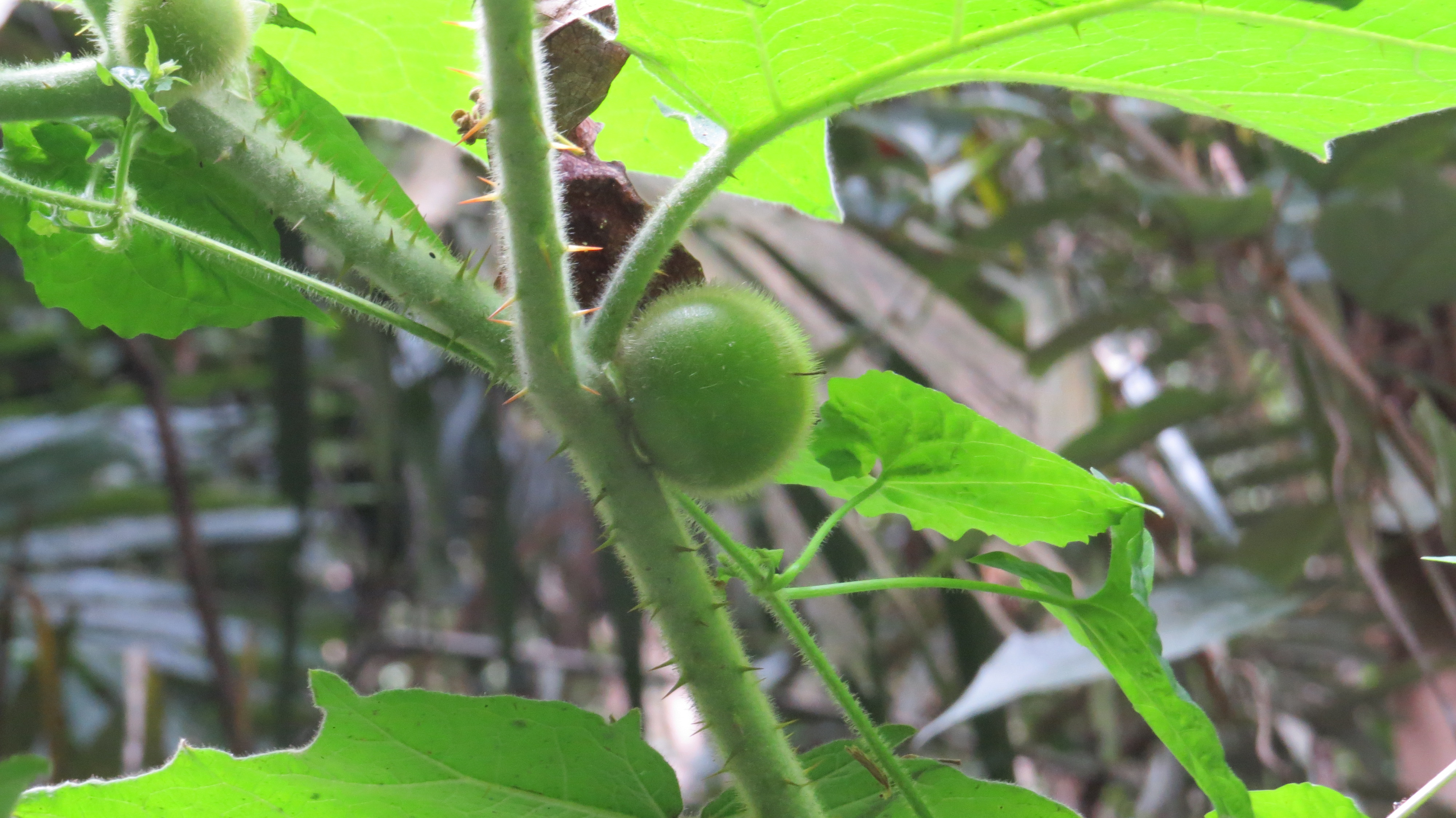
Solanum lasiocarpum
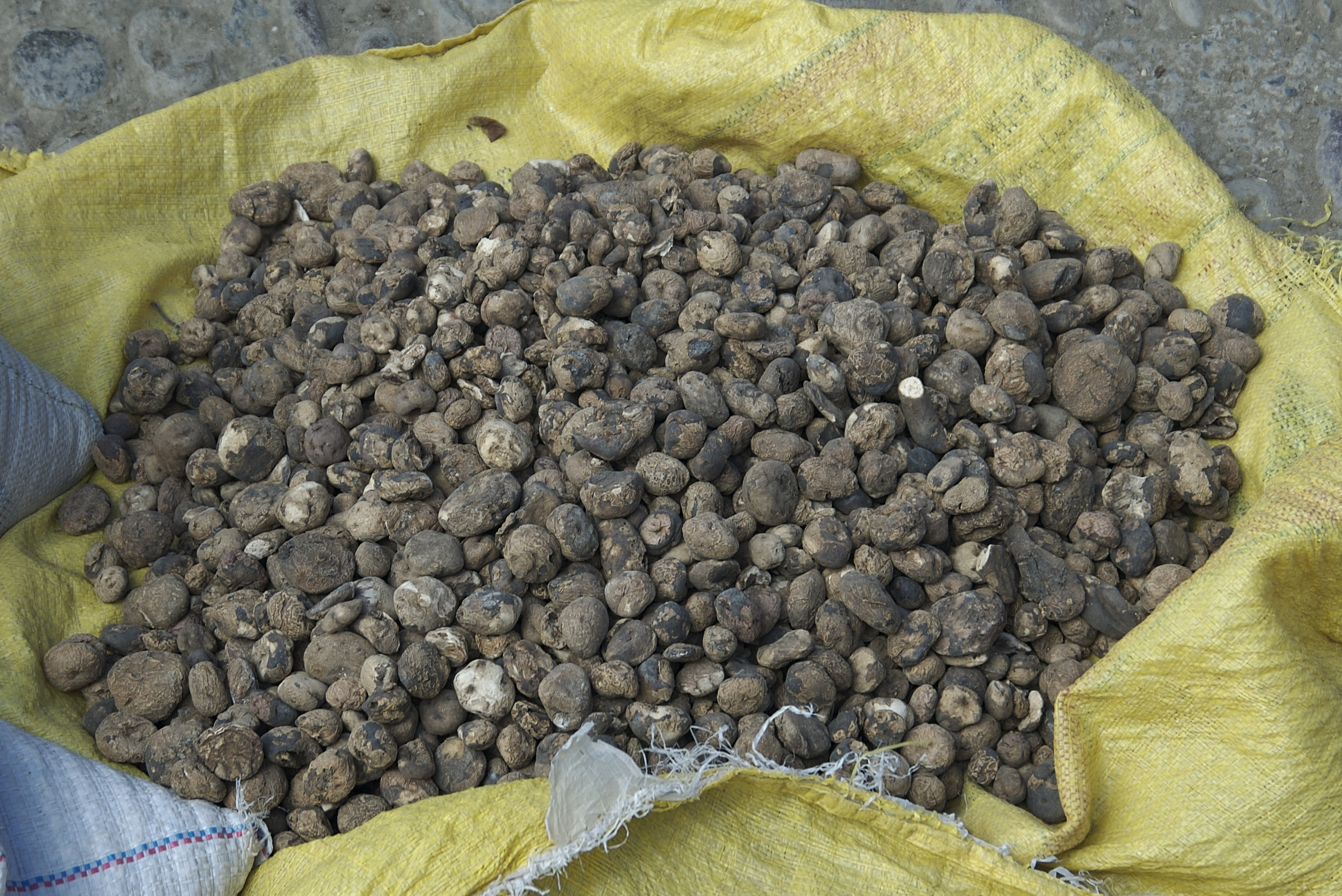
Solanum curtilobum (Rucki, Chuño) (Kartoffelart)
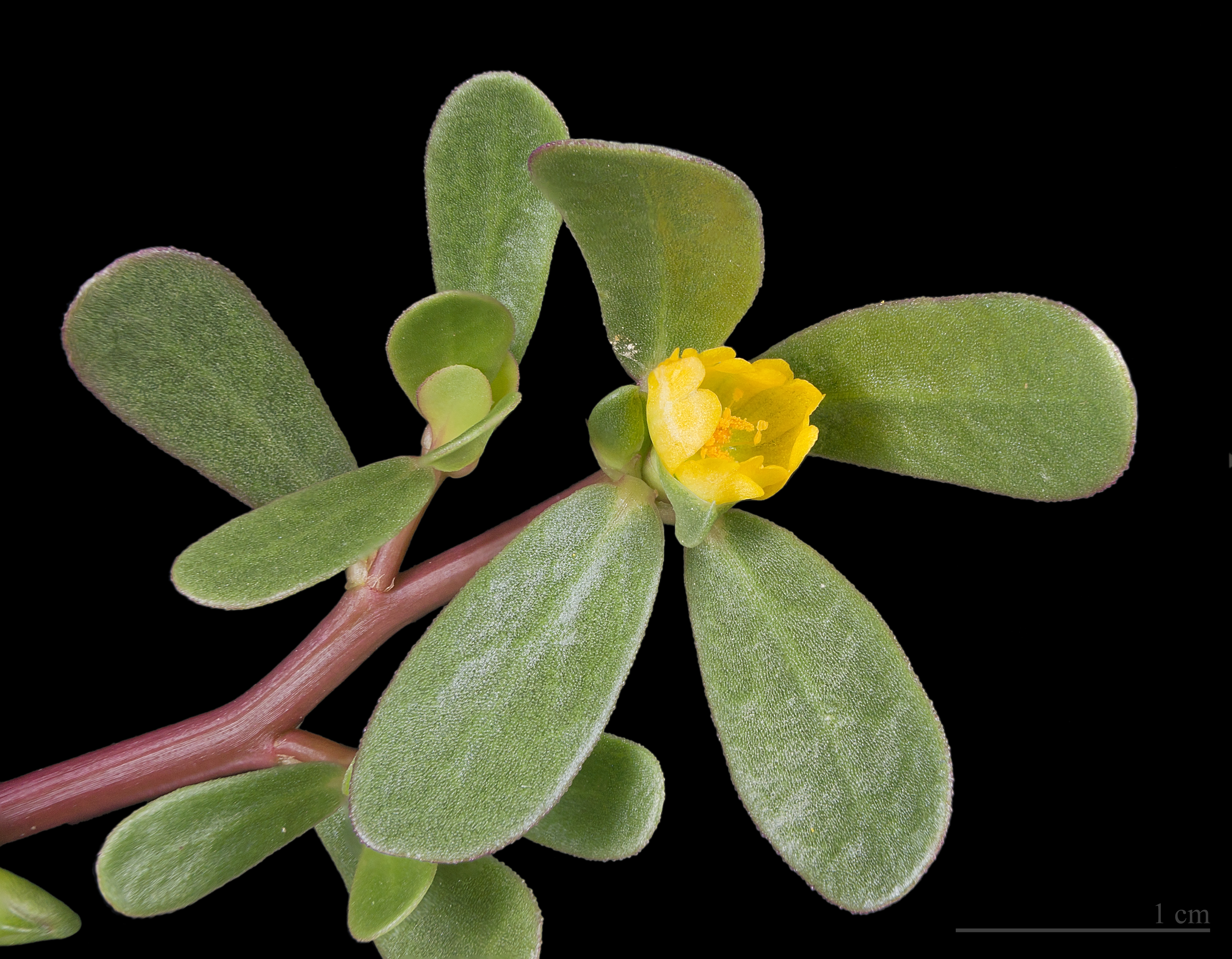
Sommer-Portulak
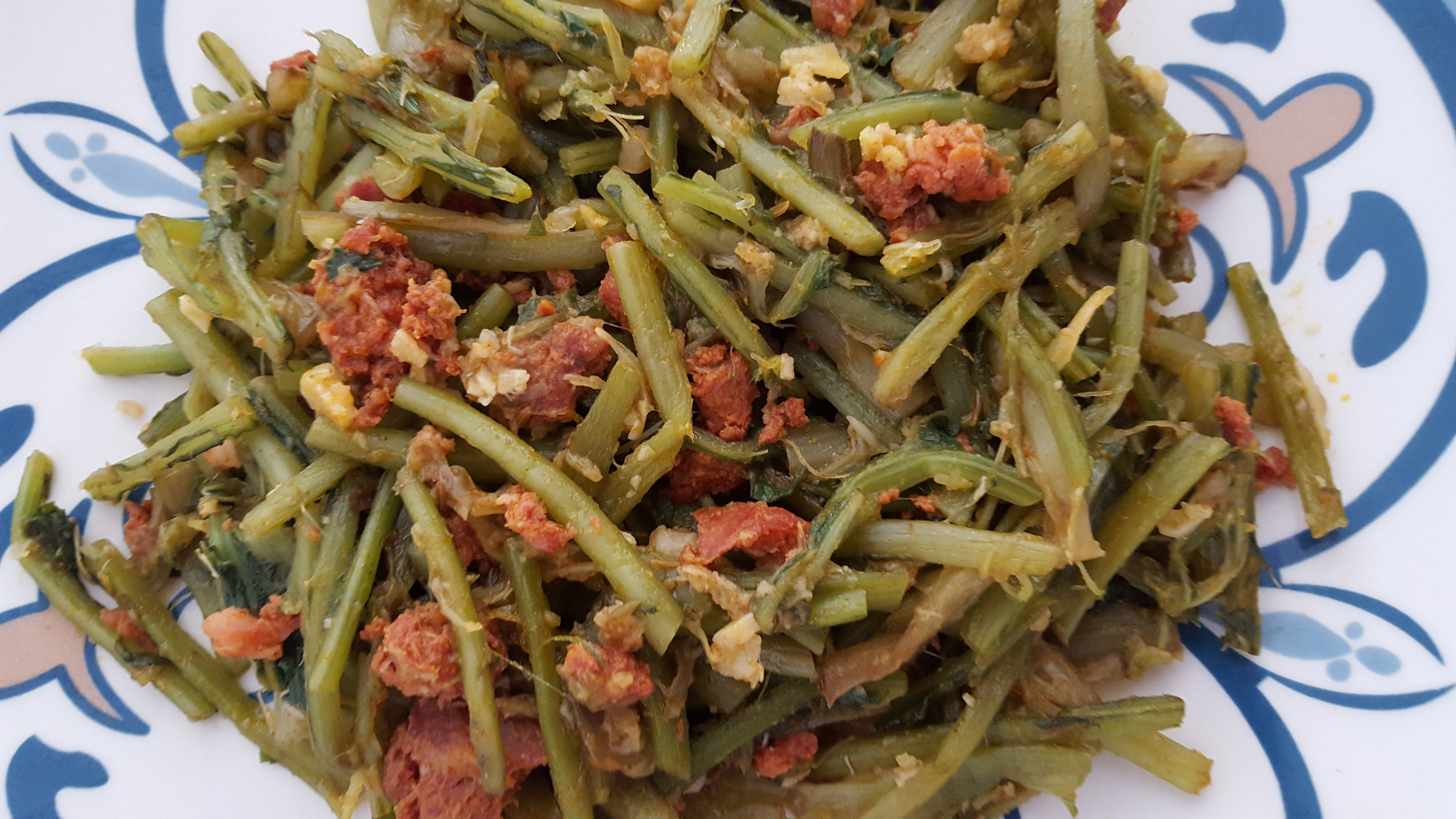
Spanische Golddistel (äußerer Wurzelteil wie Schwarzwurzeln, Mitteladern der Blattrosette, auch die Spreiten, Blüten wie Safran)
Spargel
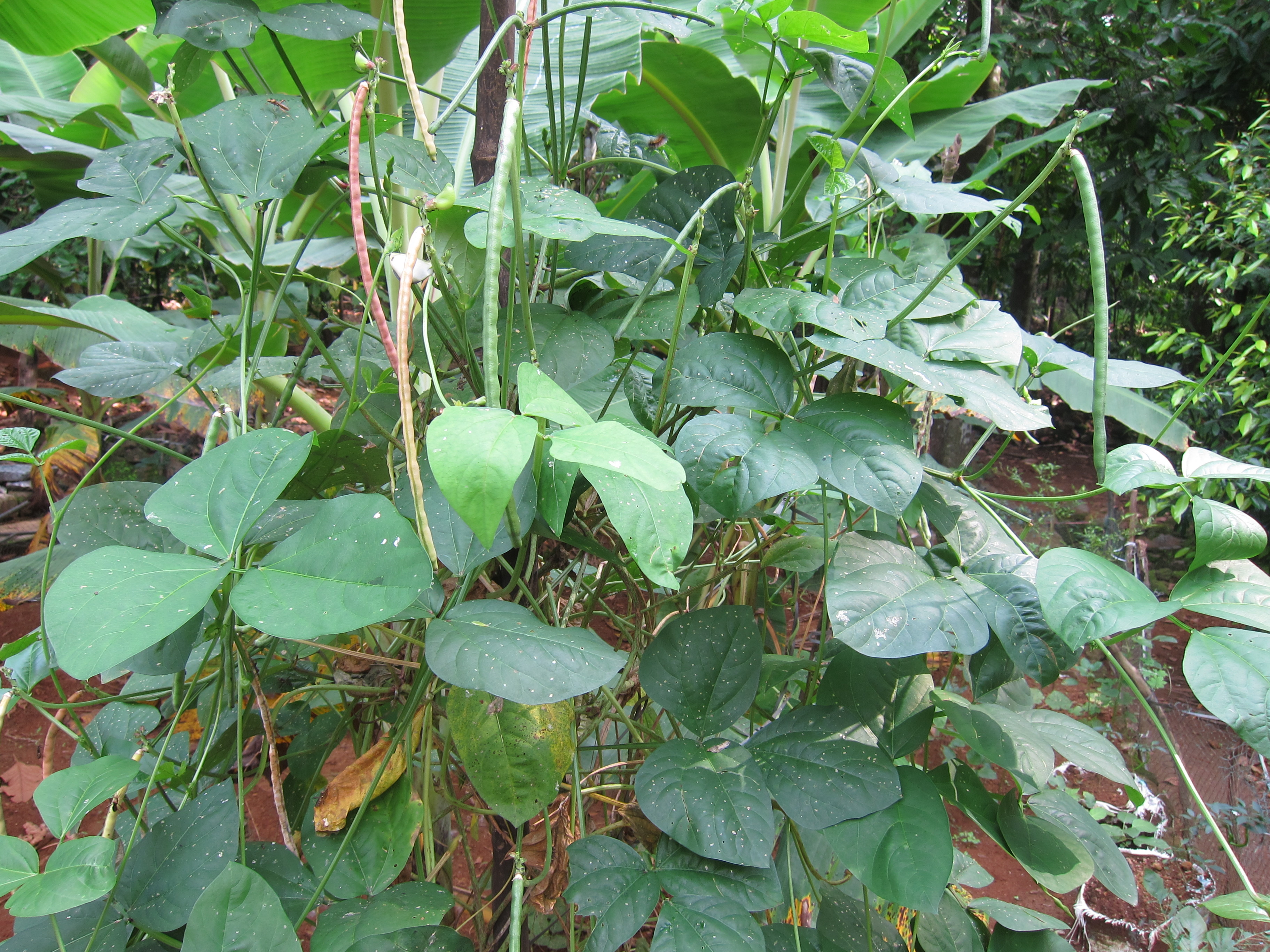
Spargelbohne
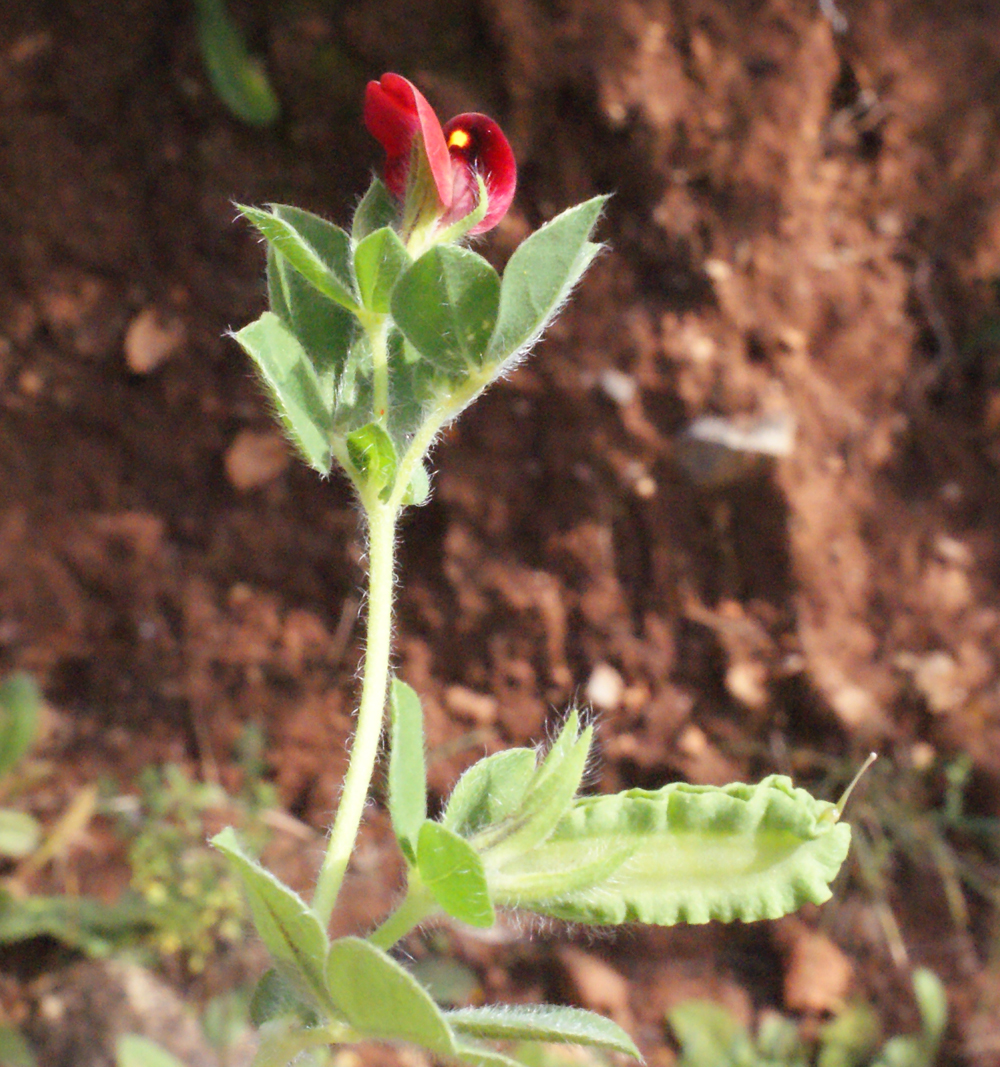
Rote Spargelbohne (ähnlich ist Spargelerbse, Essbarer Hornklee)
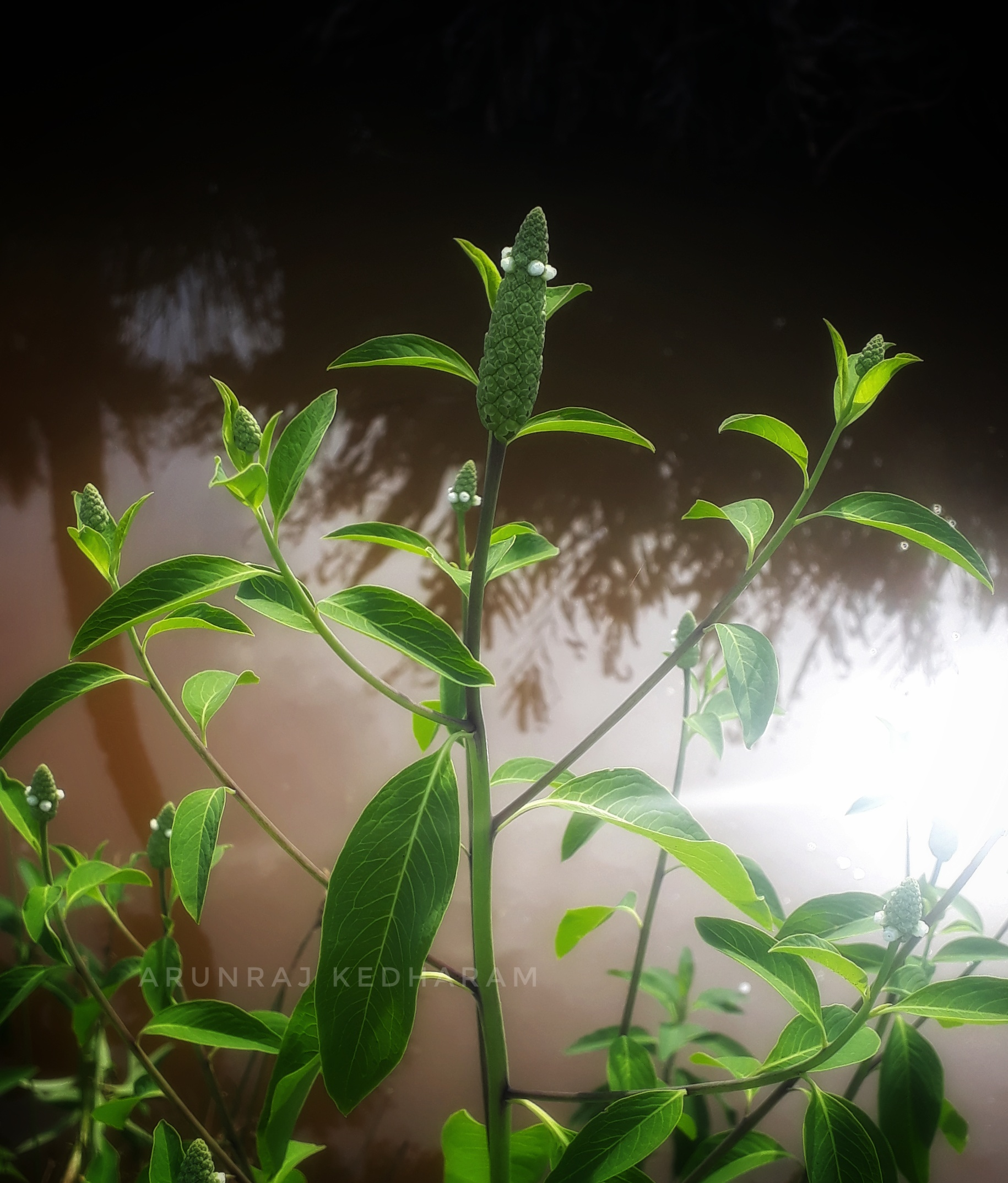
Sphenoclea zeylanica (junge Blätter und Sprossen)
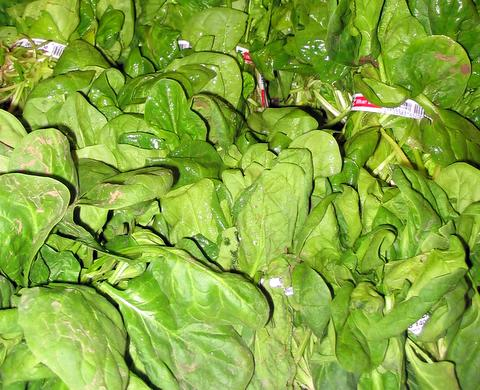
Spinat
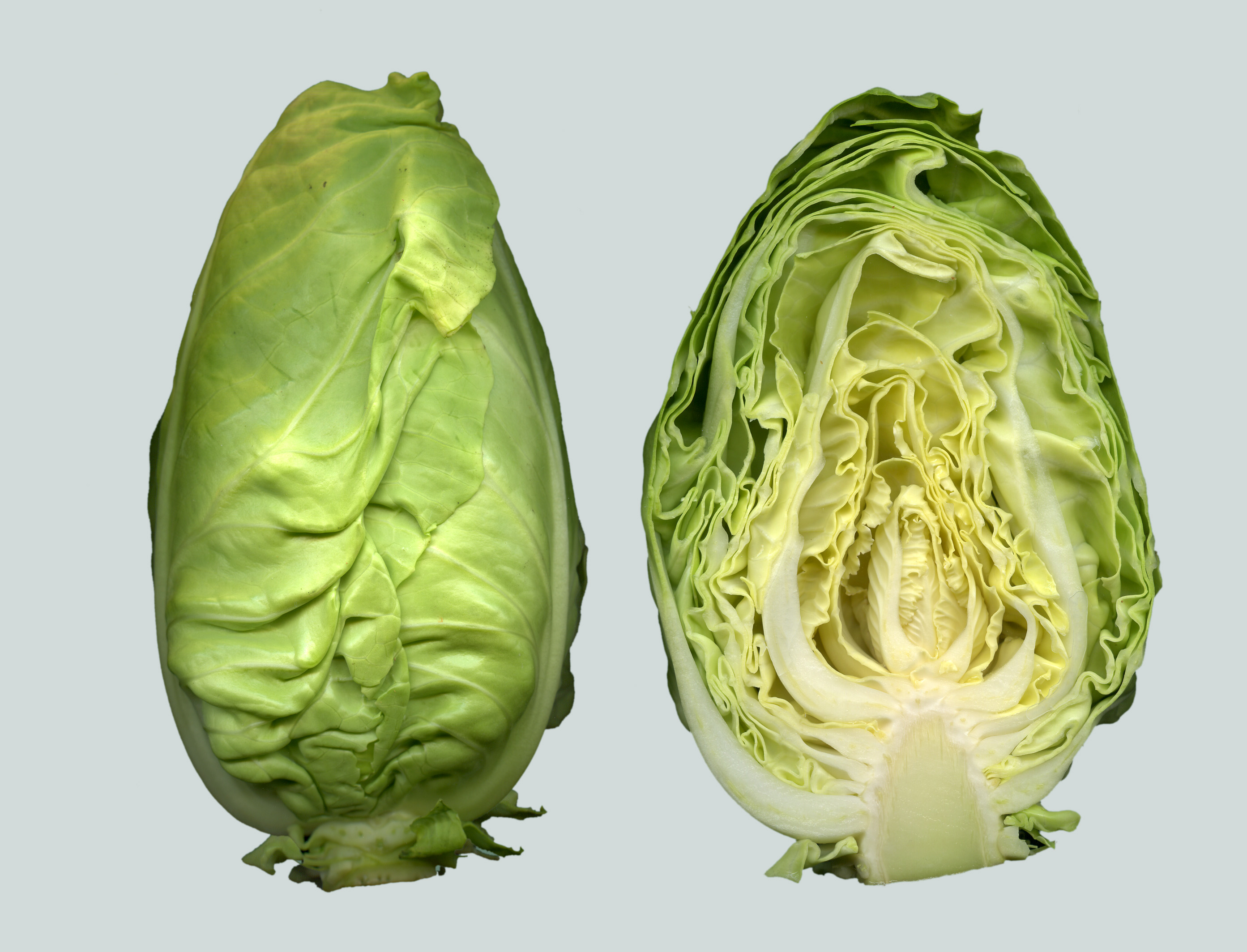
Spitzkohl (Filderkraut)
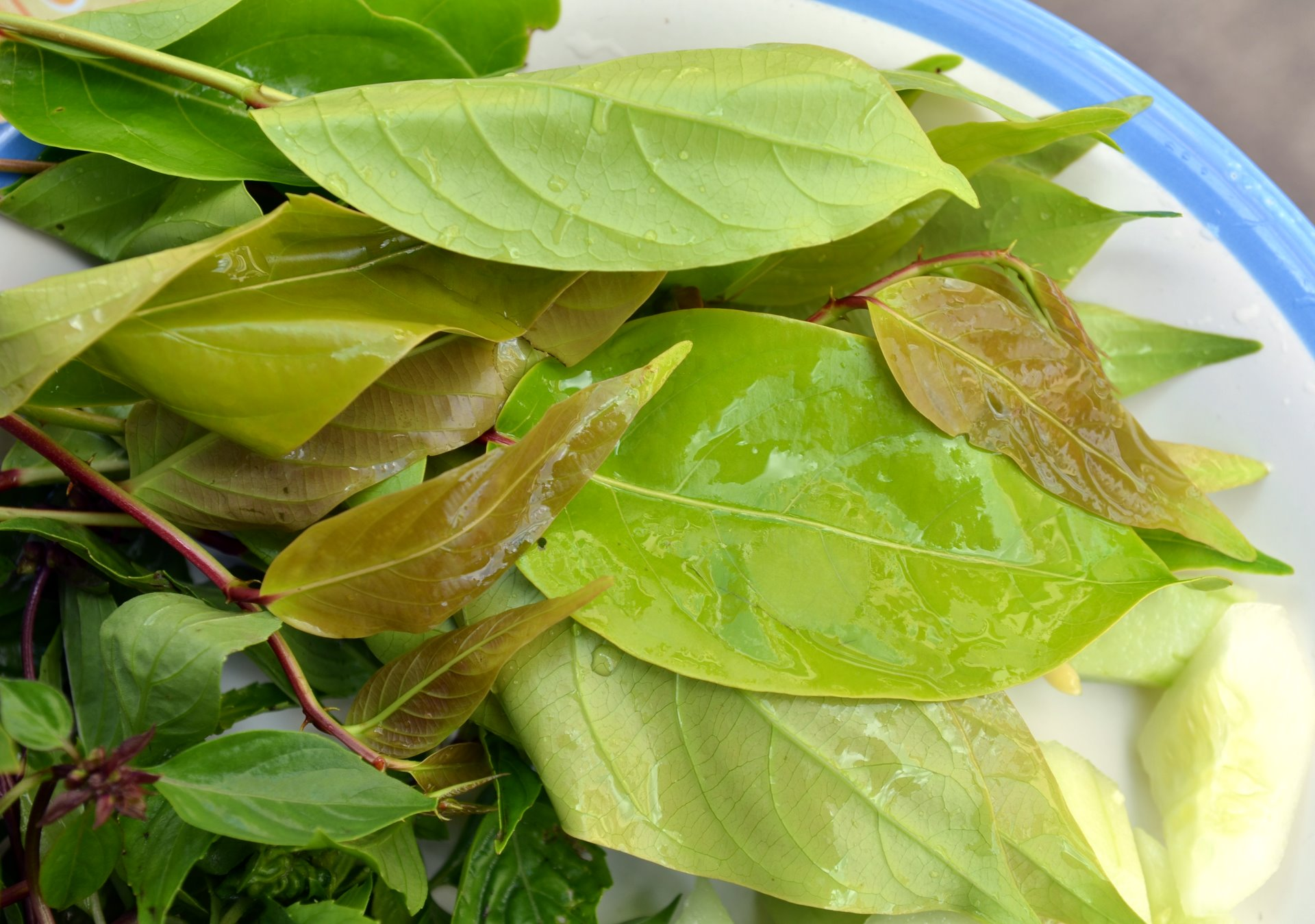
Spondias mombin (Blätter)
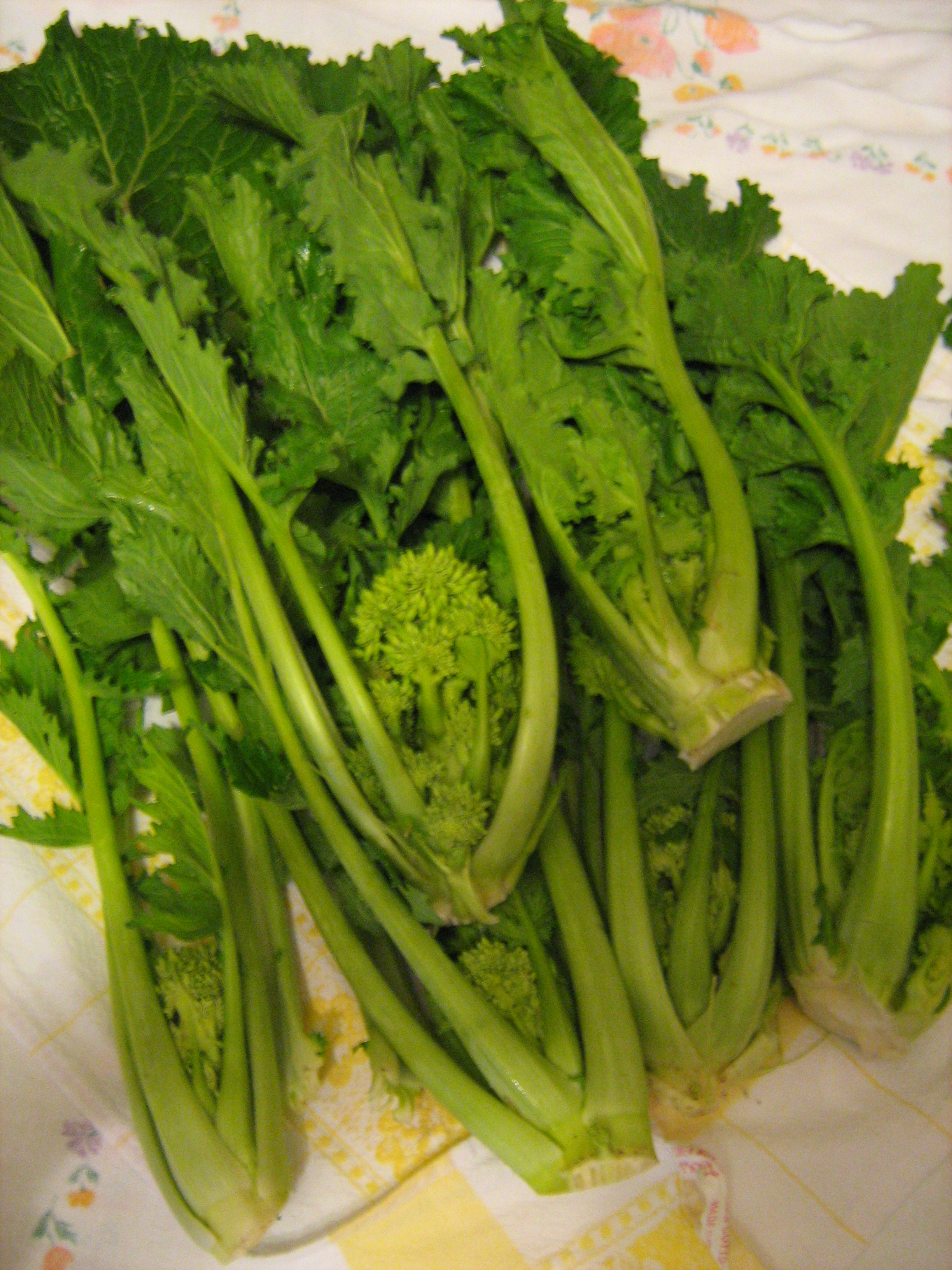
Stängelkohl (Cima di Rapa, Rapini)
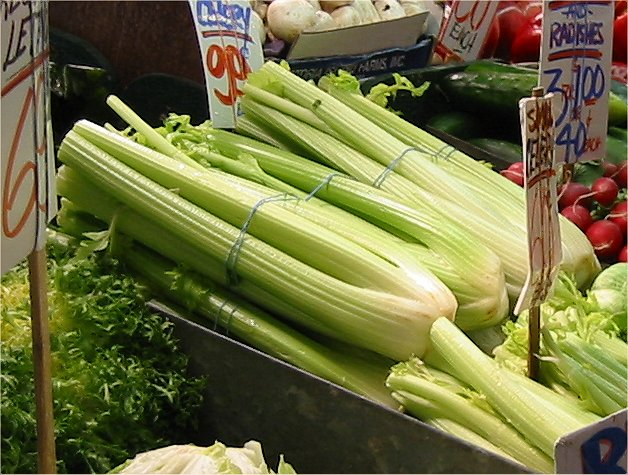
Staudensellerie (Stangenzeller) (in Asien auch Schnittsellerie)
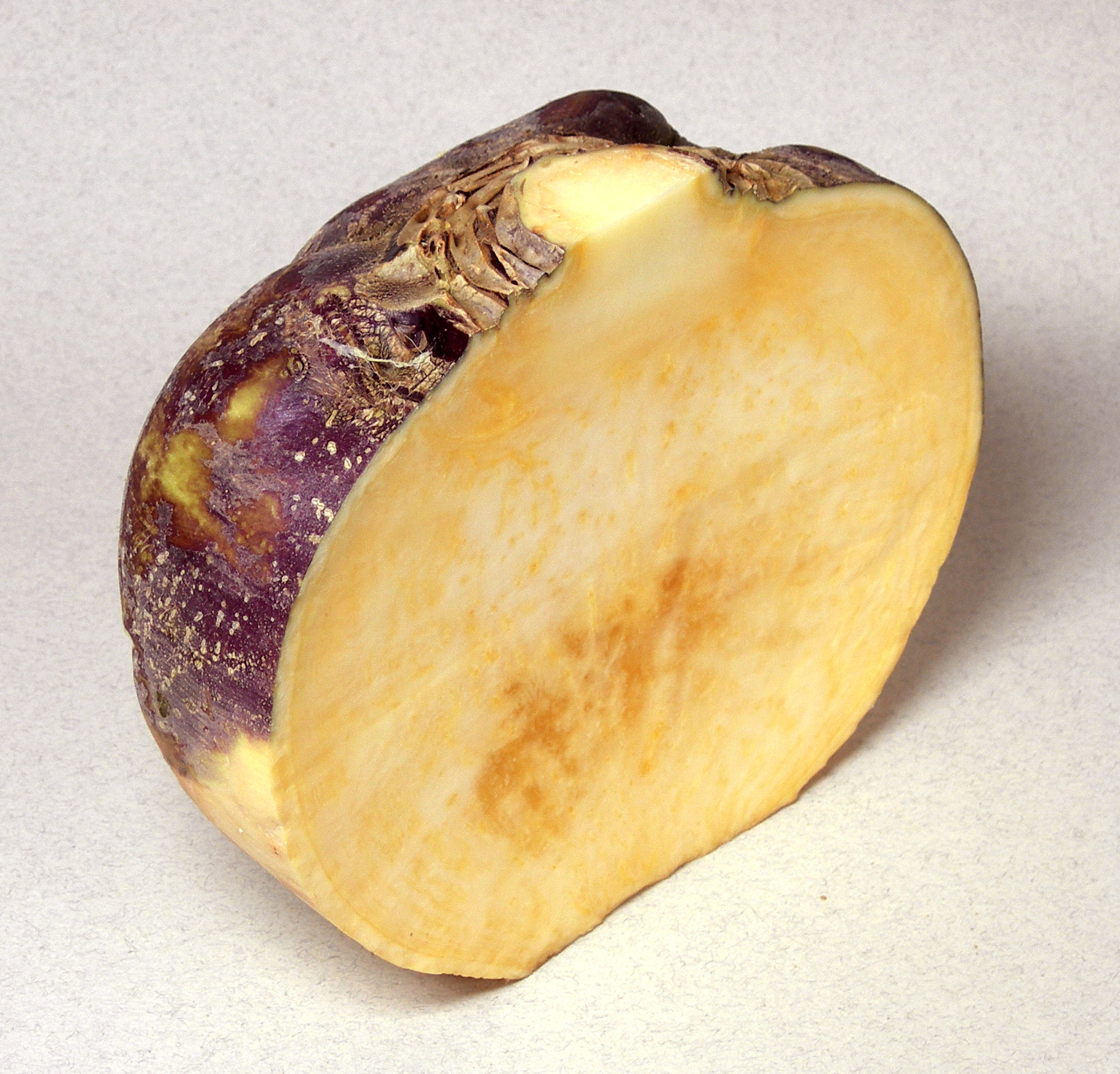
Steckrübe (Bodenkohlrabi)
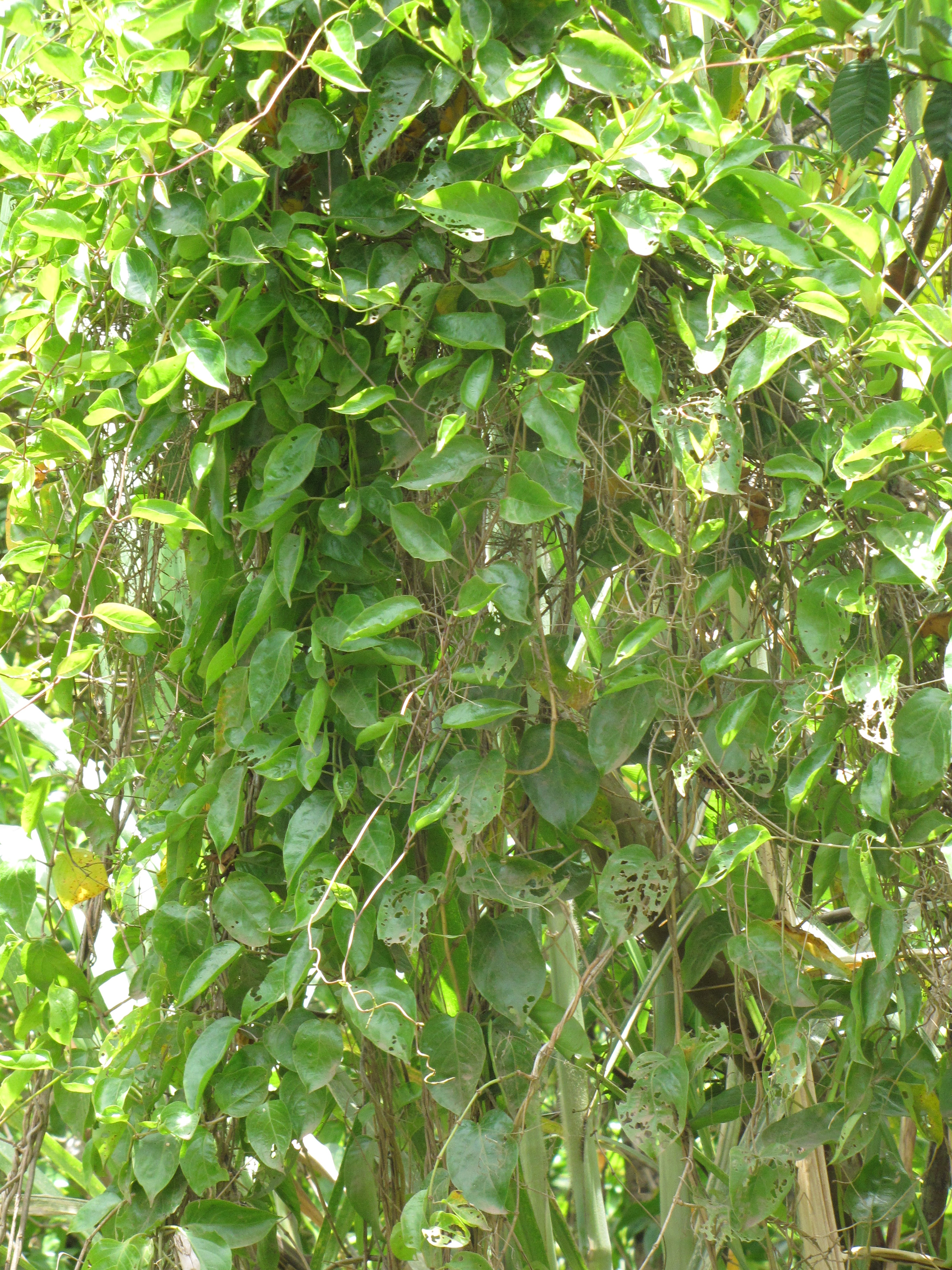
Stinkwein (Blätter)
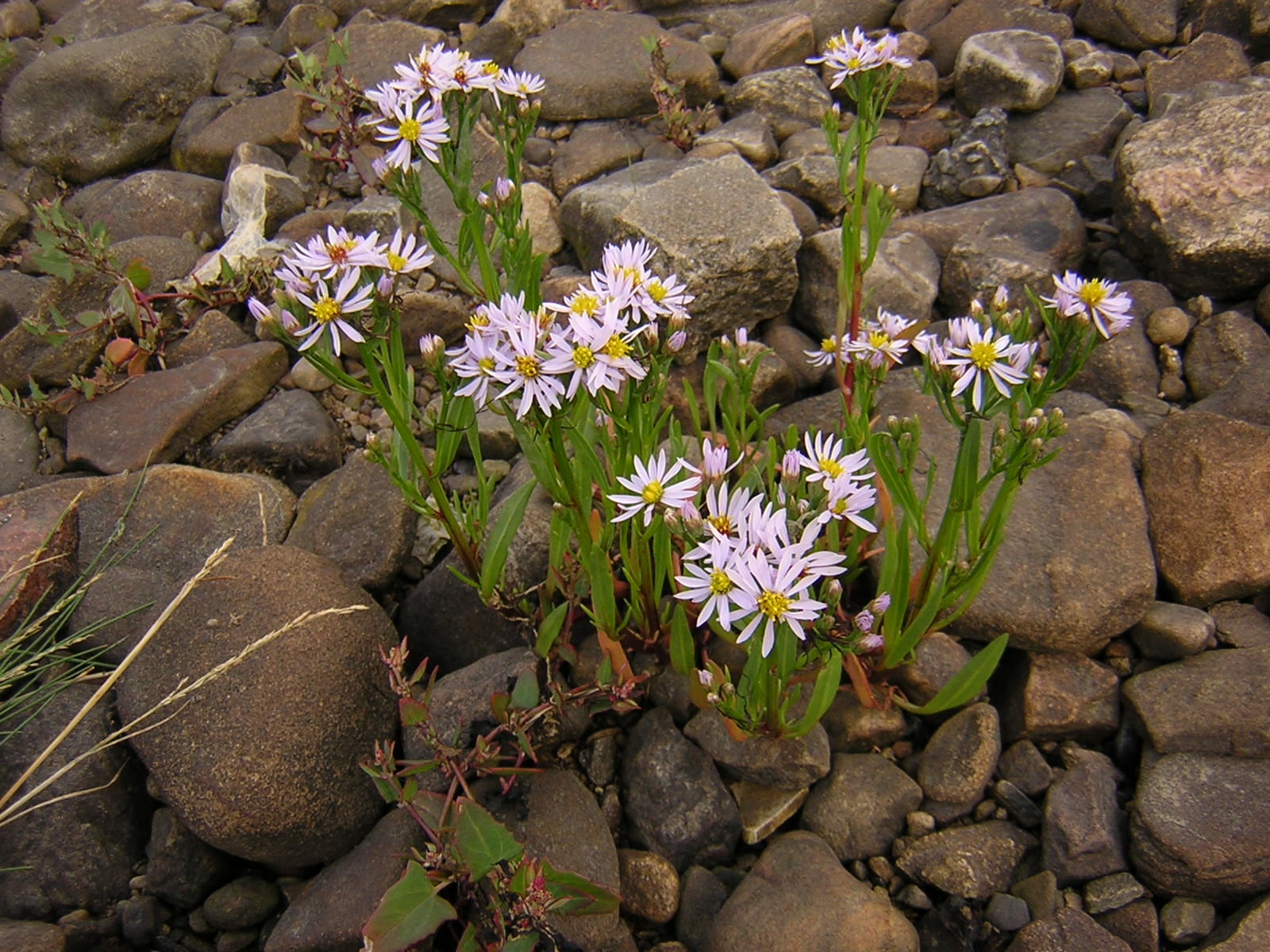
Strand-Aster (Blätter und Stängel)
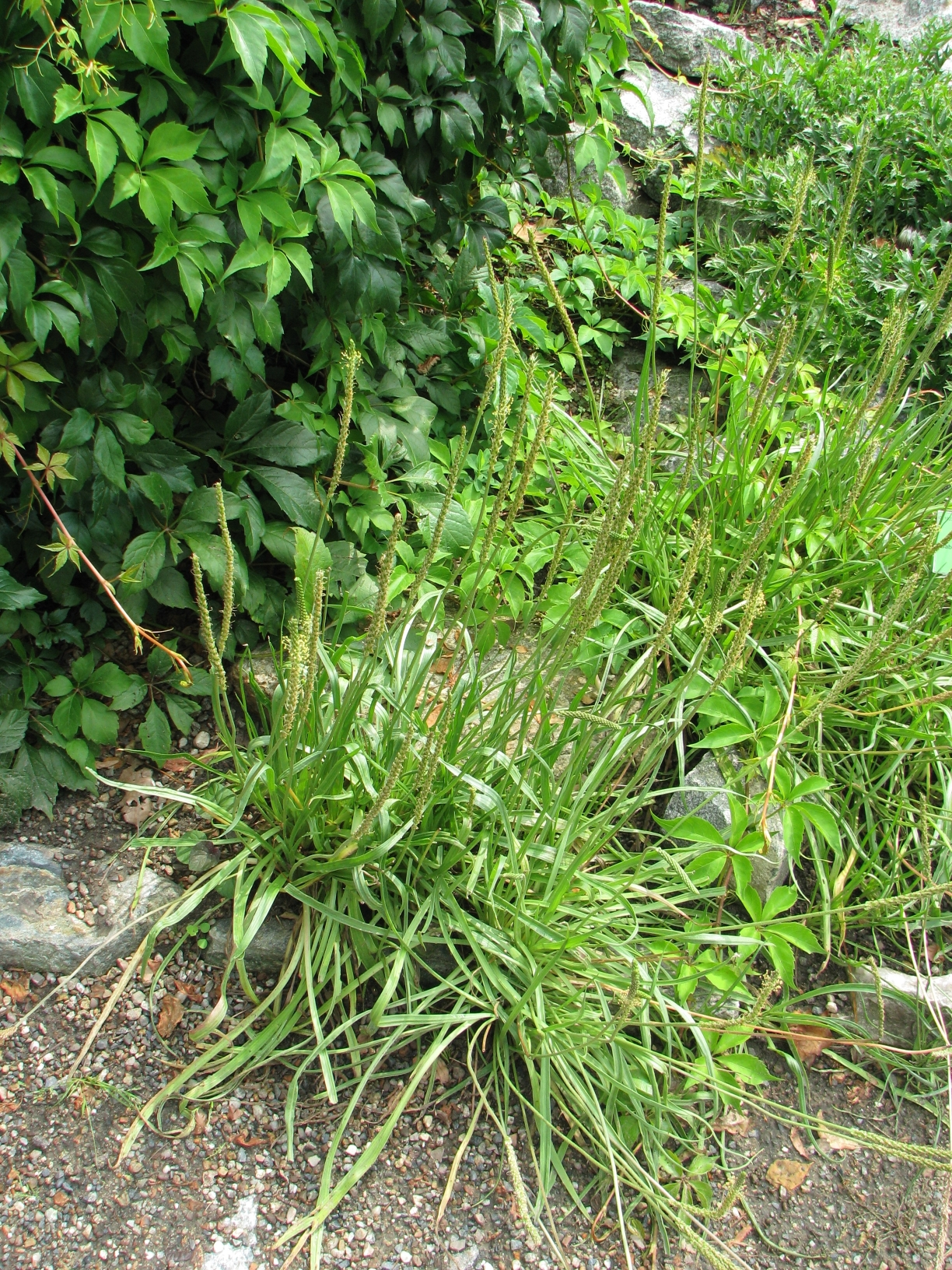
Strand-Wegerich (Gänsezungen) (junge Blätter; Gemüse oder Salat)
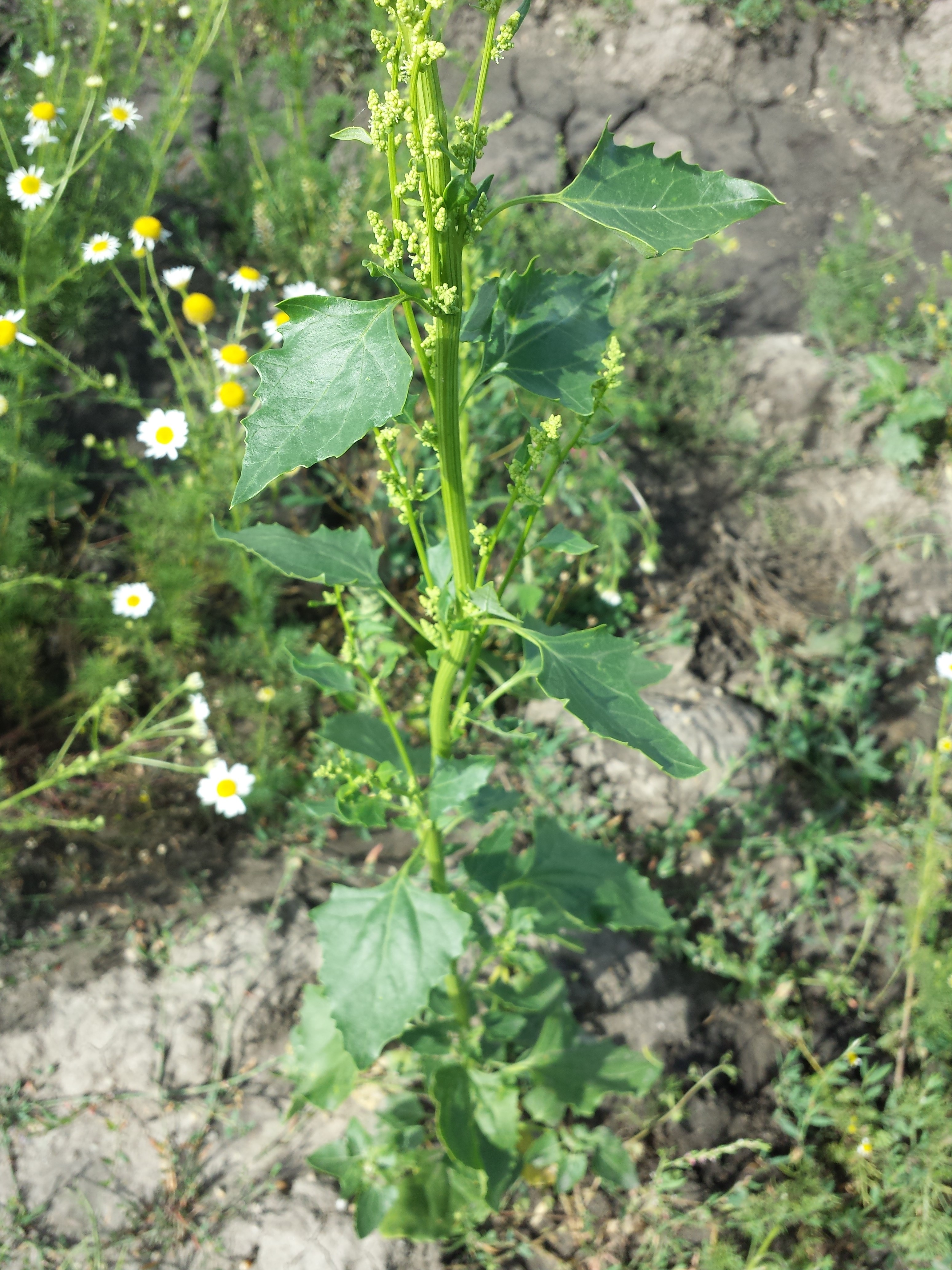
Straßen-Gänsefuß (junge Blätter und „Sämchen“)
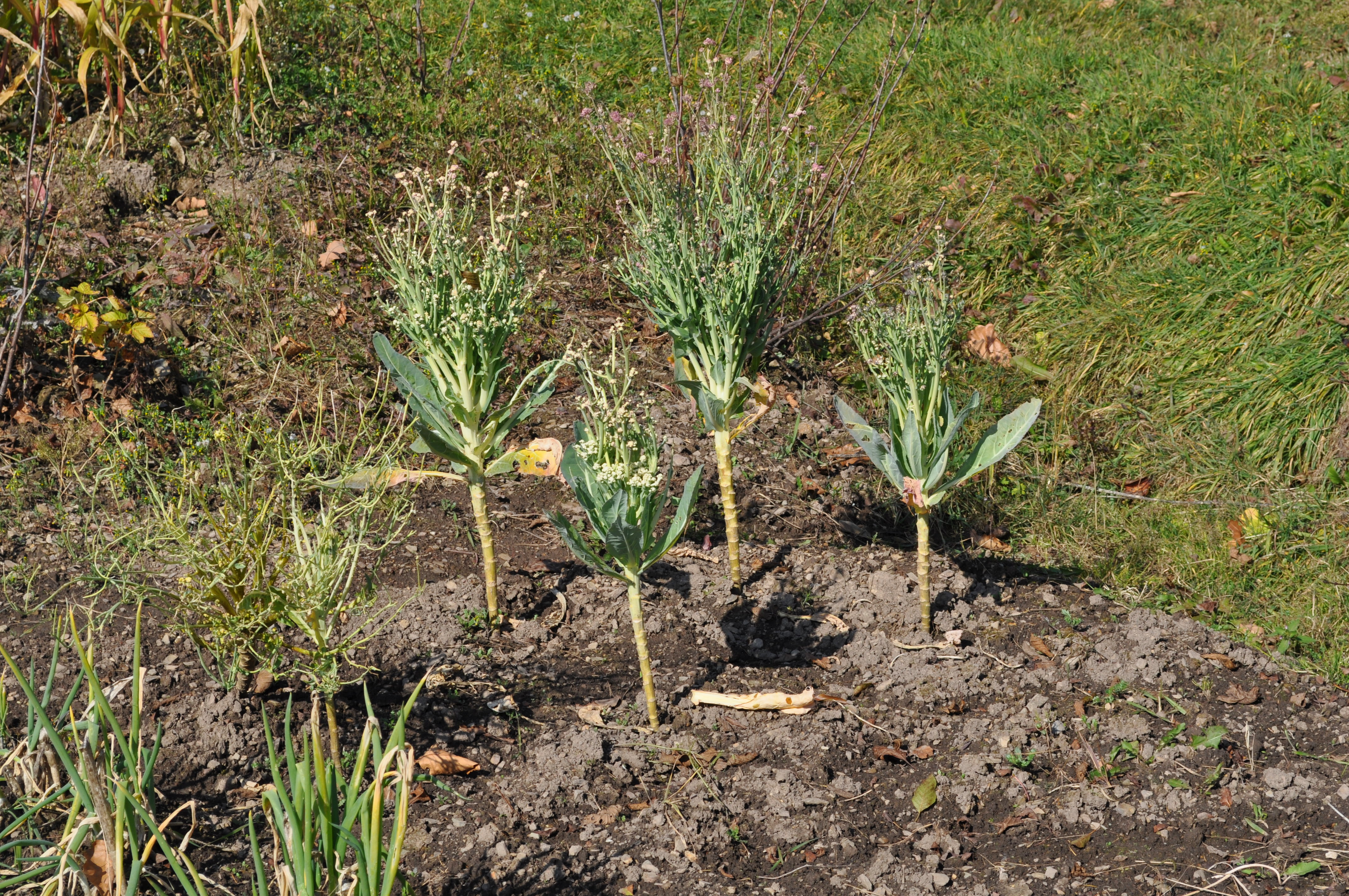
Strauchkohl (Ewiger Kohl)
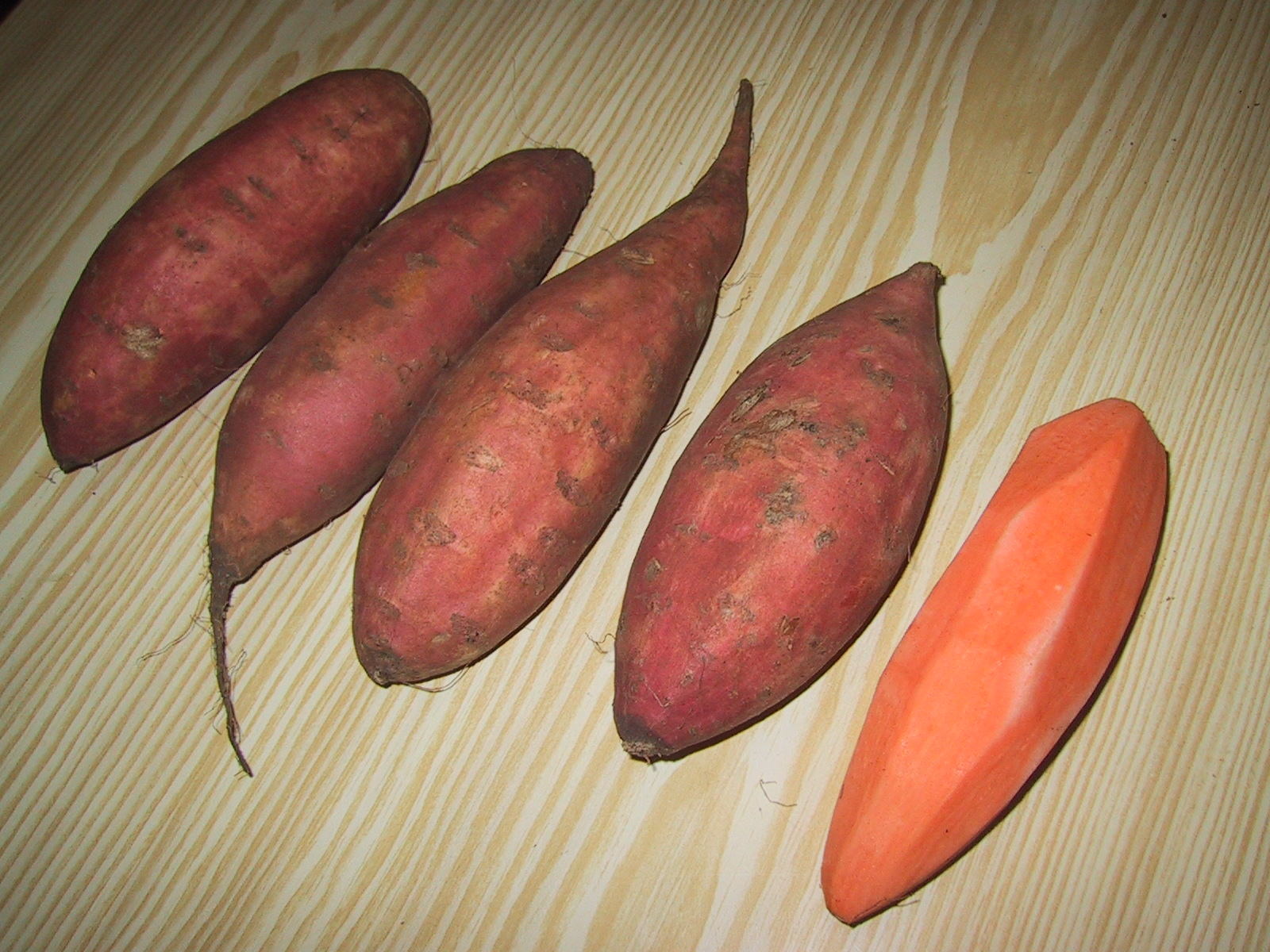
Süßkartoffel (auch mit purpurfarbenen Knollen) (auch junge Sprossenstängel können verwendet werden)
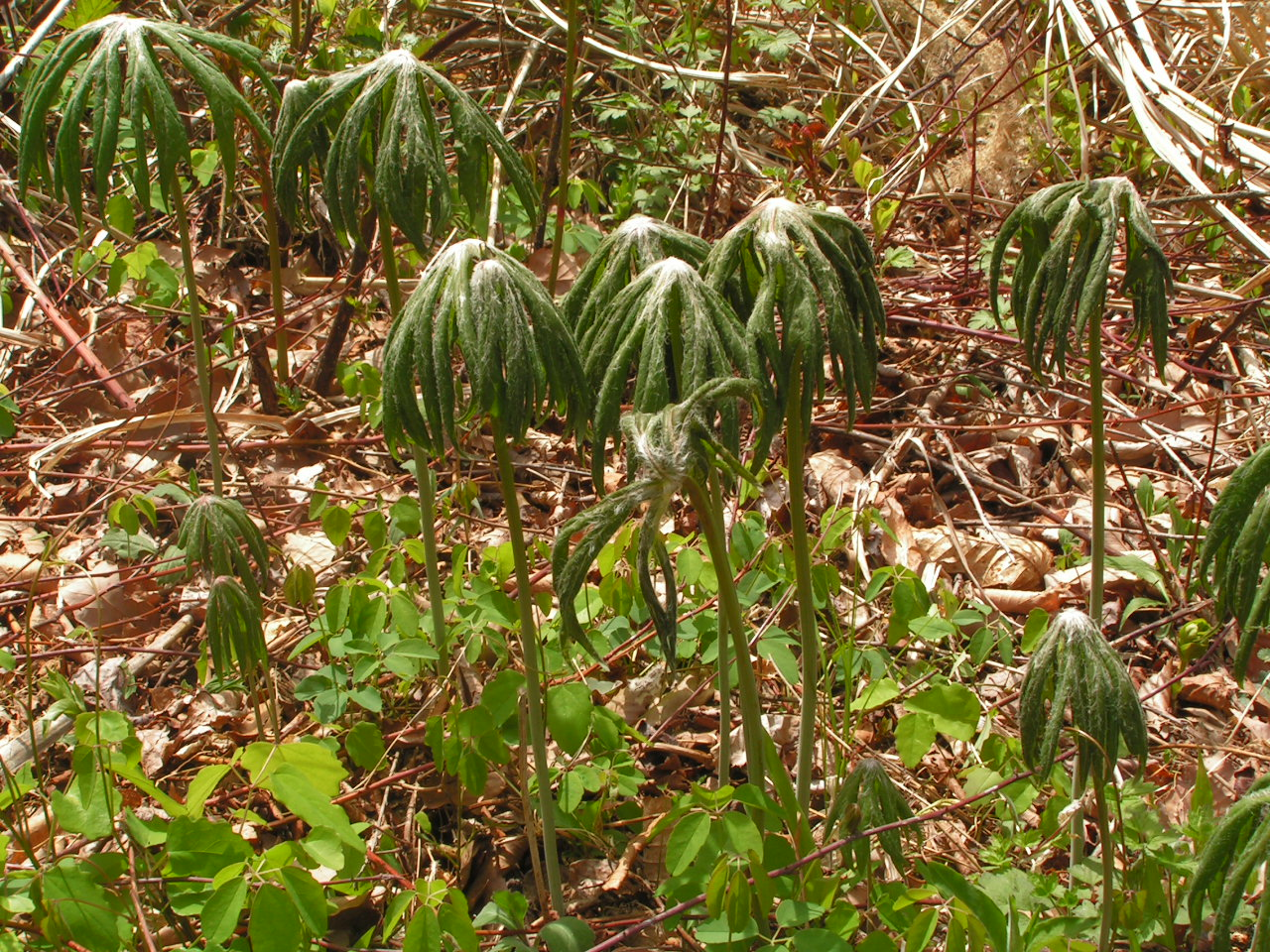
Syneilesis palmata (junge Sprossen und Blätter)
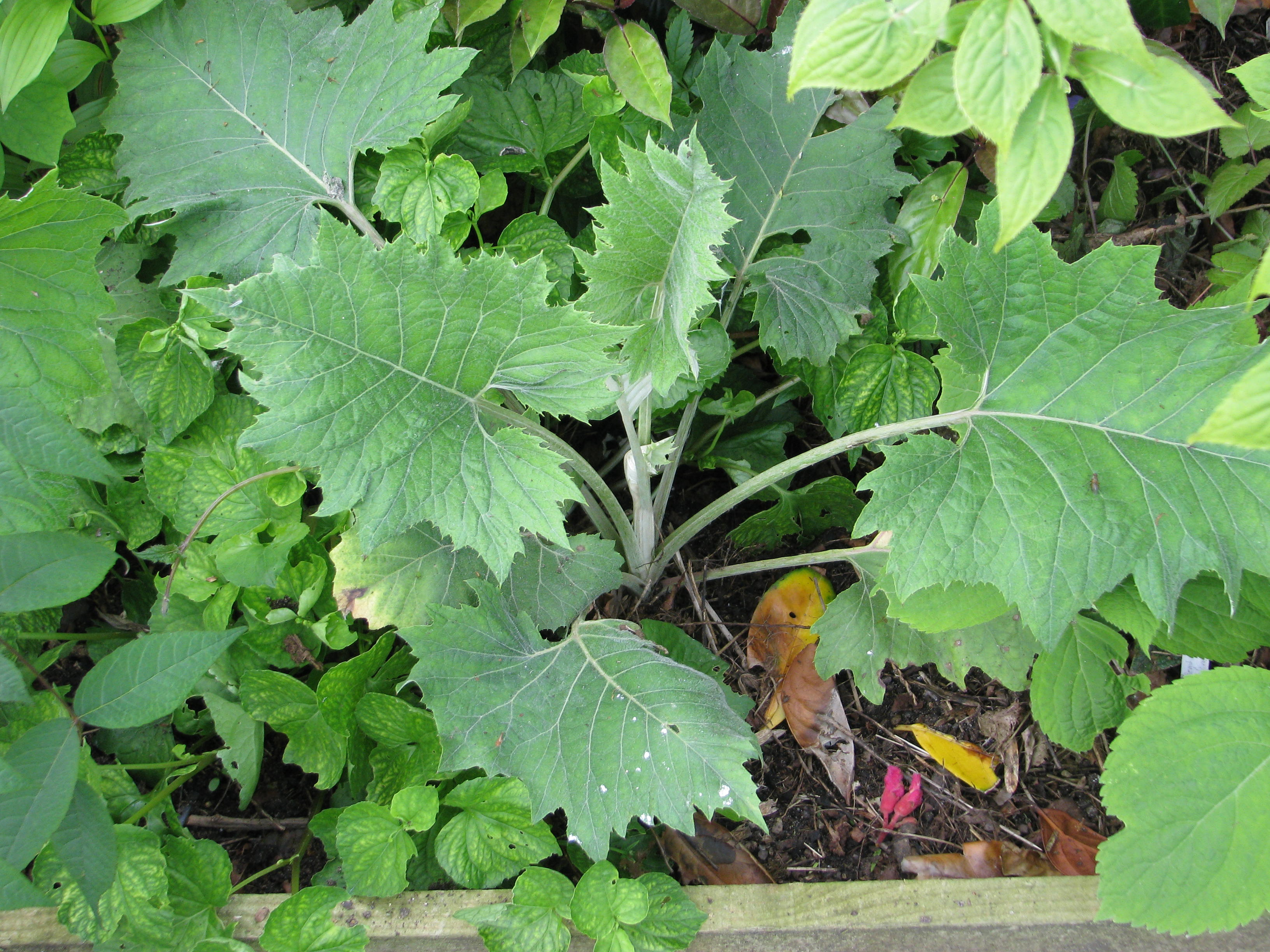
Synurus pungens (Blätter)
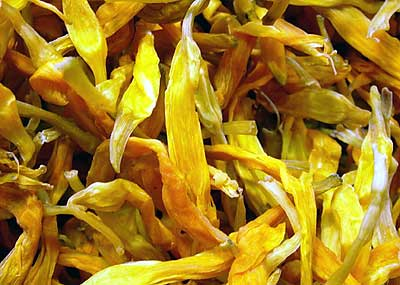
Taglilien (Gelbe Taglilie, Hemerocallis citrina, Hemerocallis esculenta, Hemerocallis hakuunensis) (junge Sprossen, Blätter, Blüten, Blütenknospen und Wurzeln)
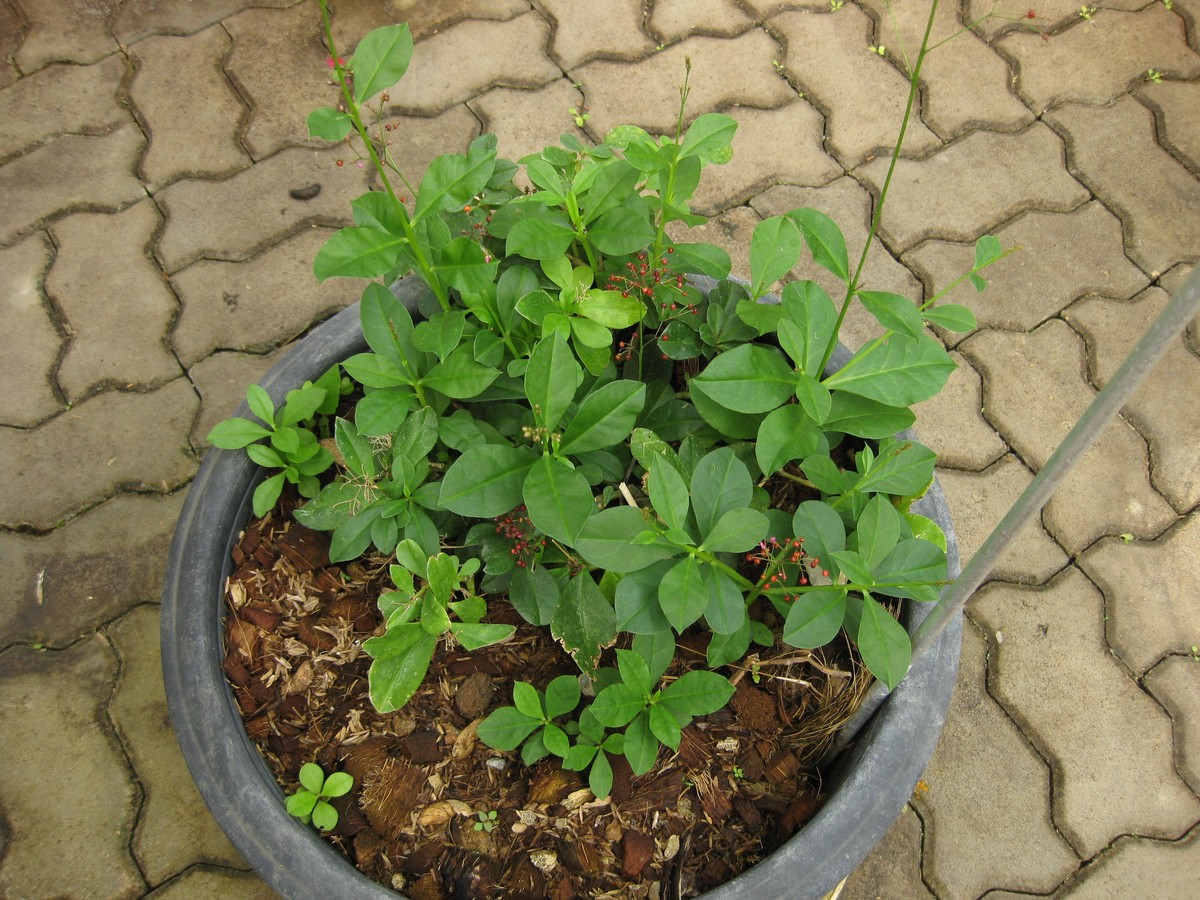
Talinum paniculatum, Talinum caffrum, Talinum portulacifolium, Talinum fruticosum (Gemüse oder Salat)
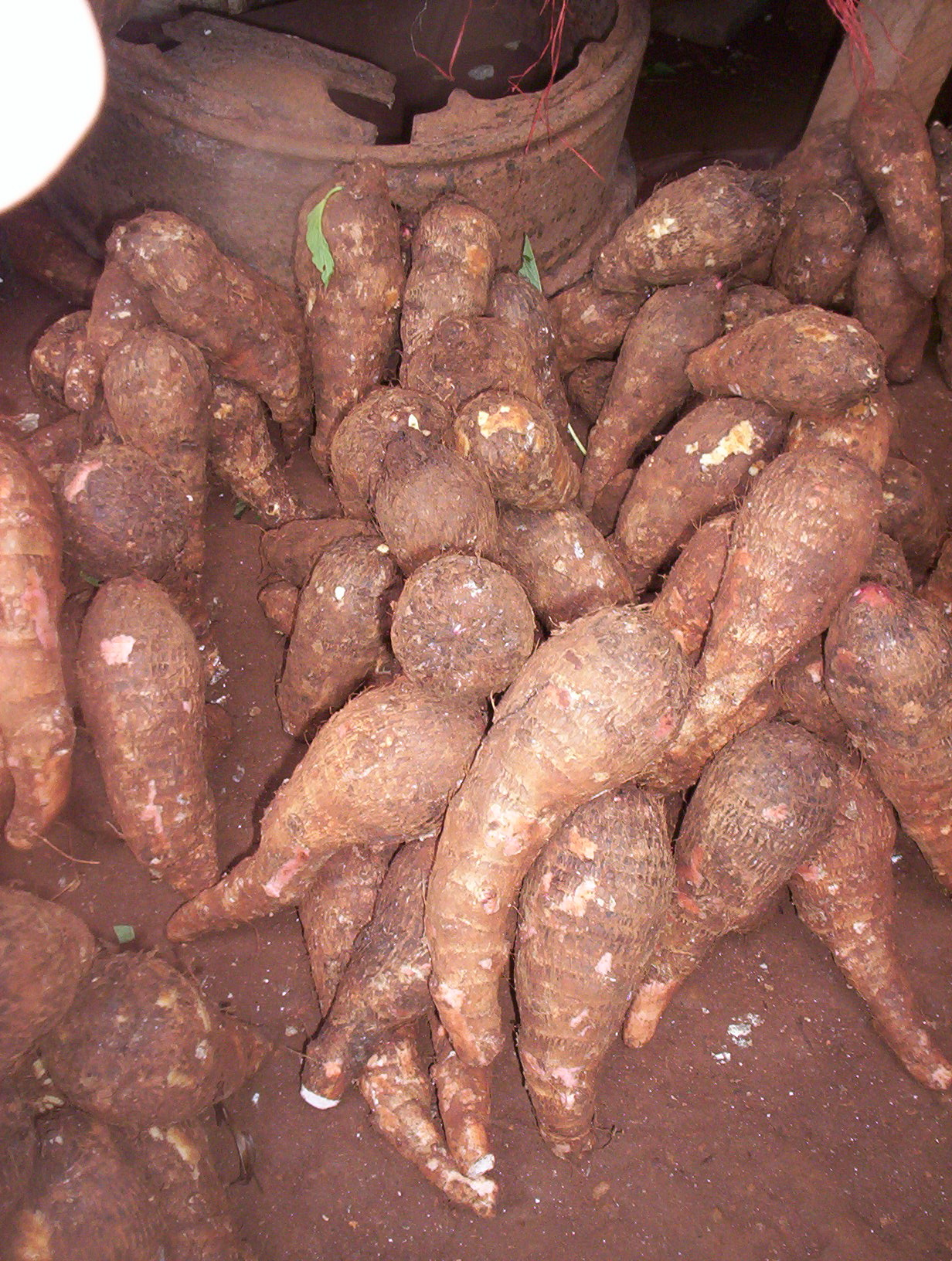
Tannia (ähnlich ist Xanthosoma violaceum)
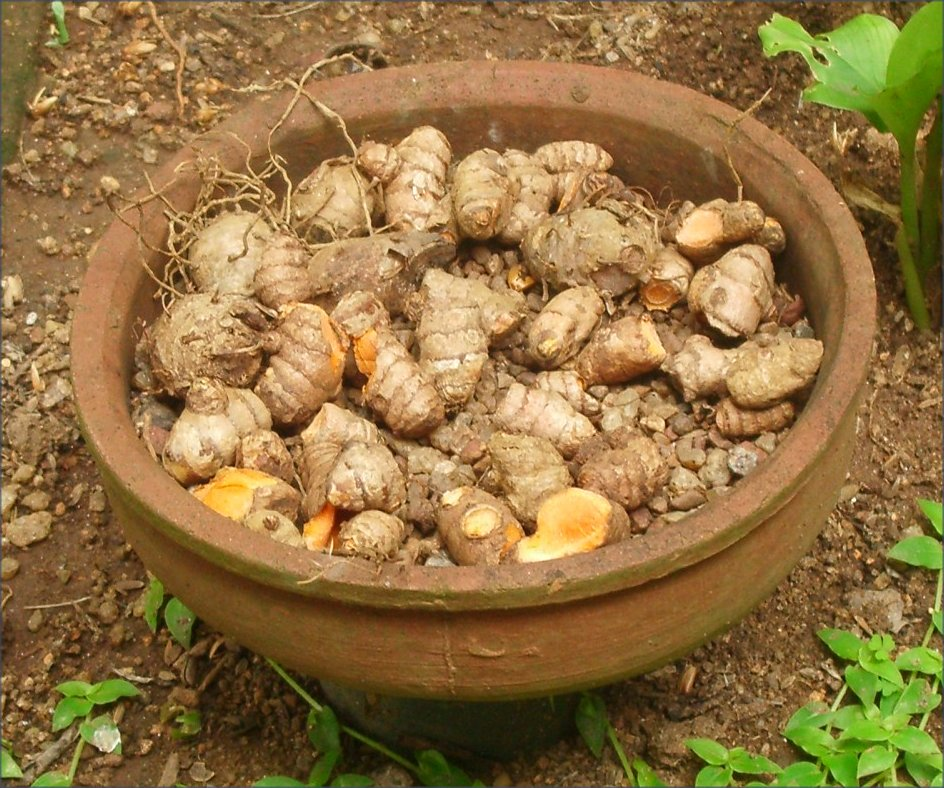
Taro (auch die Stängel und Blätter)
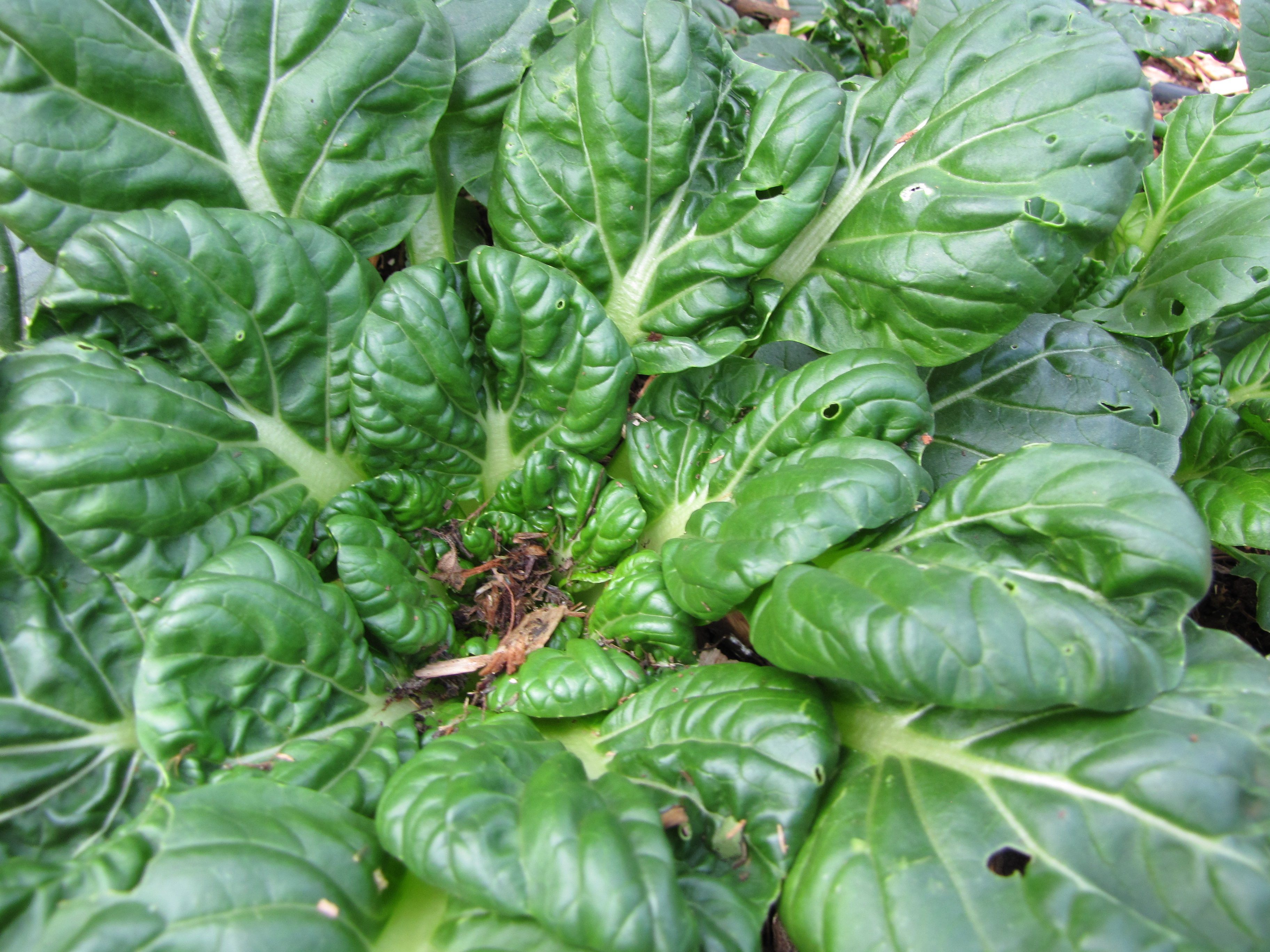
Tatsoi (Rosetten Pak Choi)
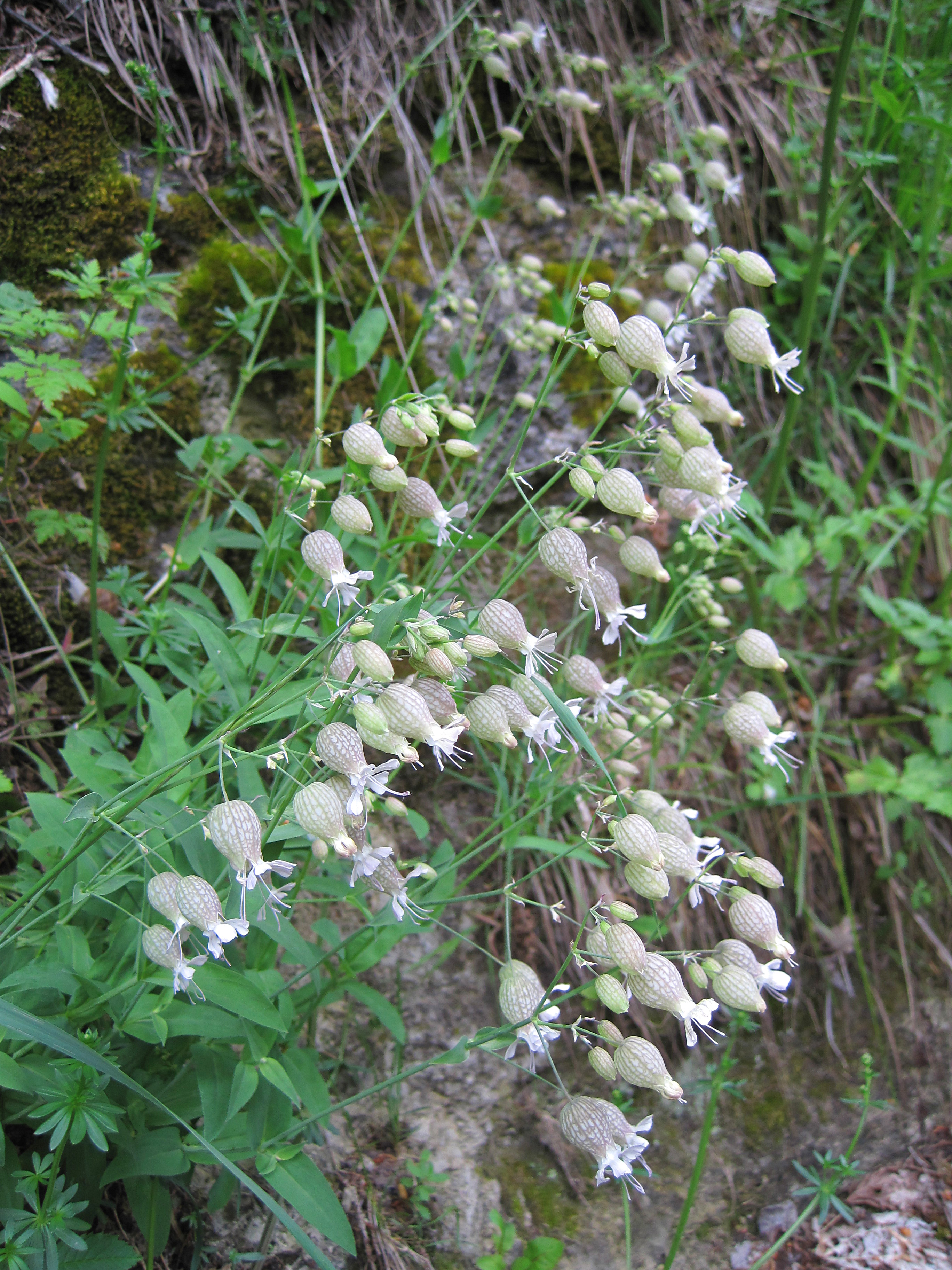
Taubenkropf-Leimkraut (Strigoli, Stridolo) (auch als Salat oder Gewürz)
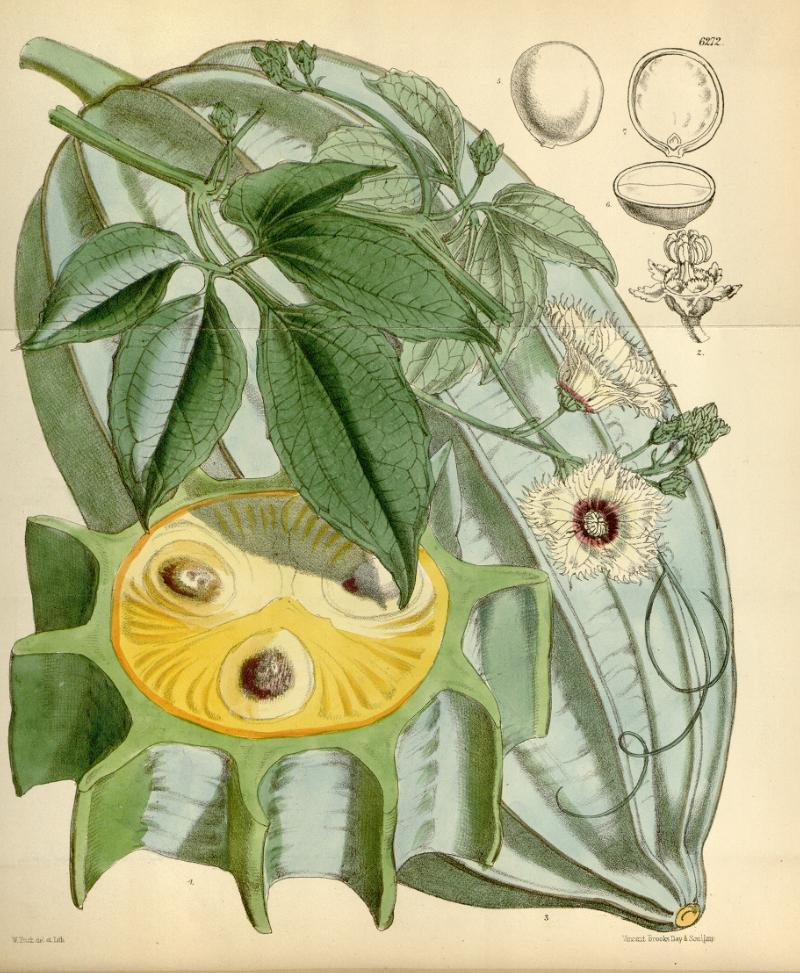
Telfairia occidentalis (Blätter und junge Sprossen)
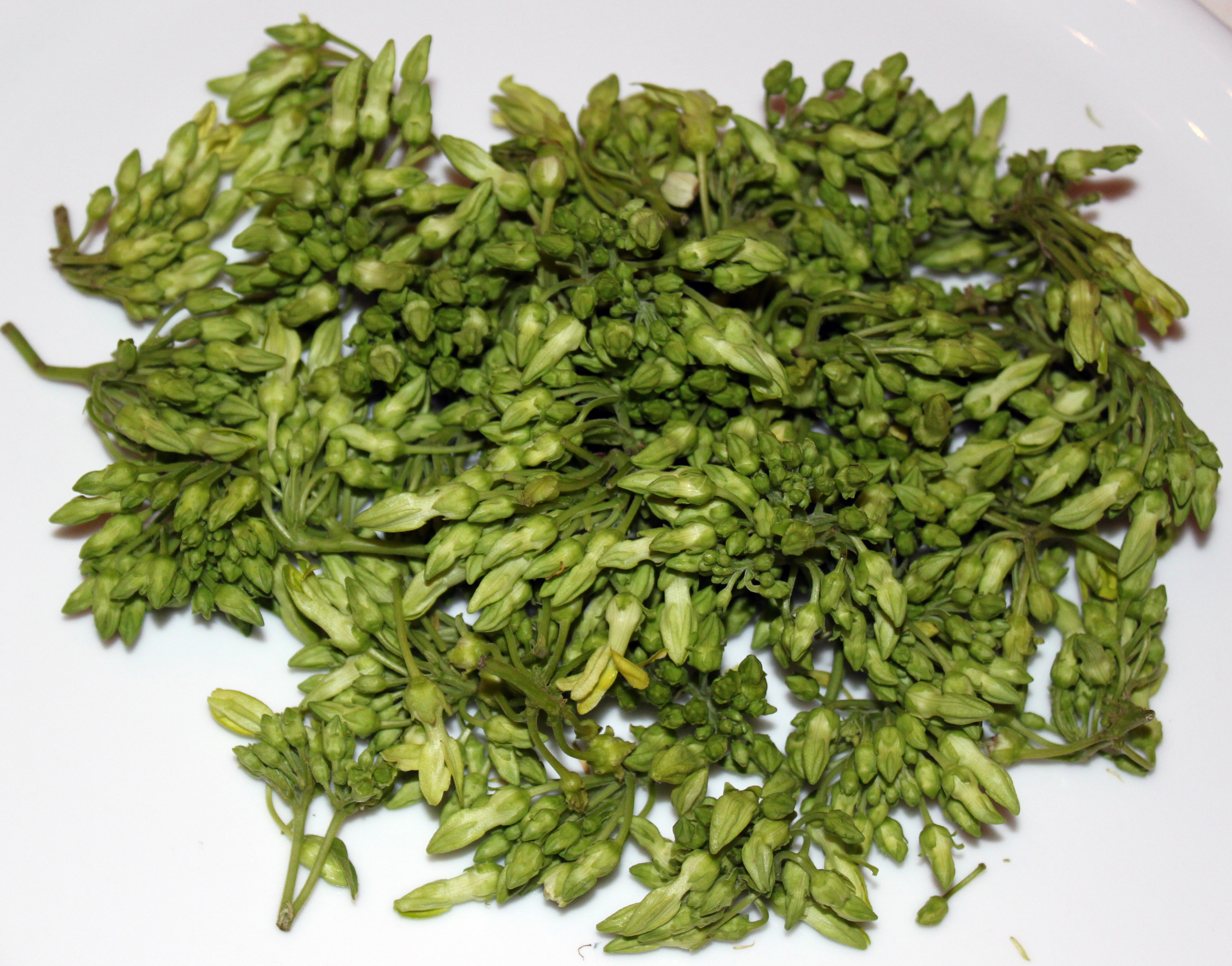
Telosma cordata (Pakalana) (Blüten, Knospen und Blätter sowie Wurzeln)
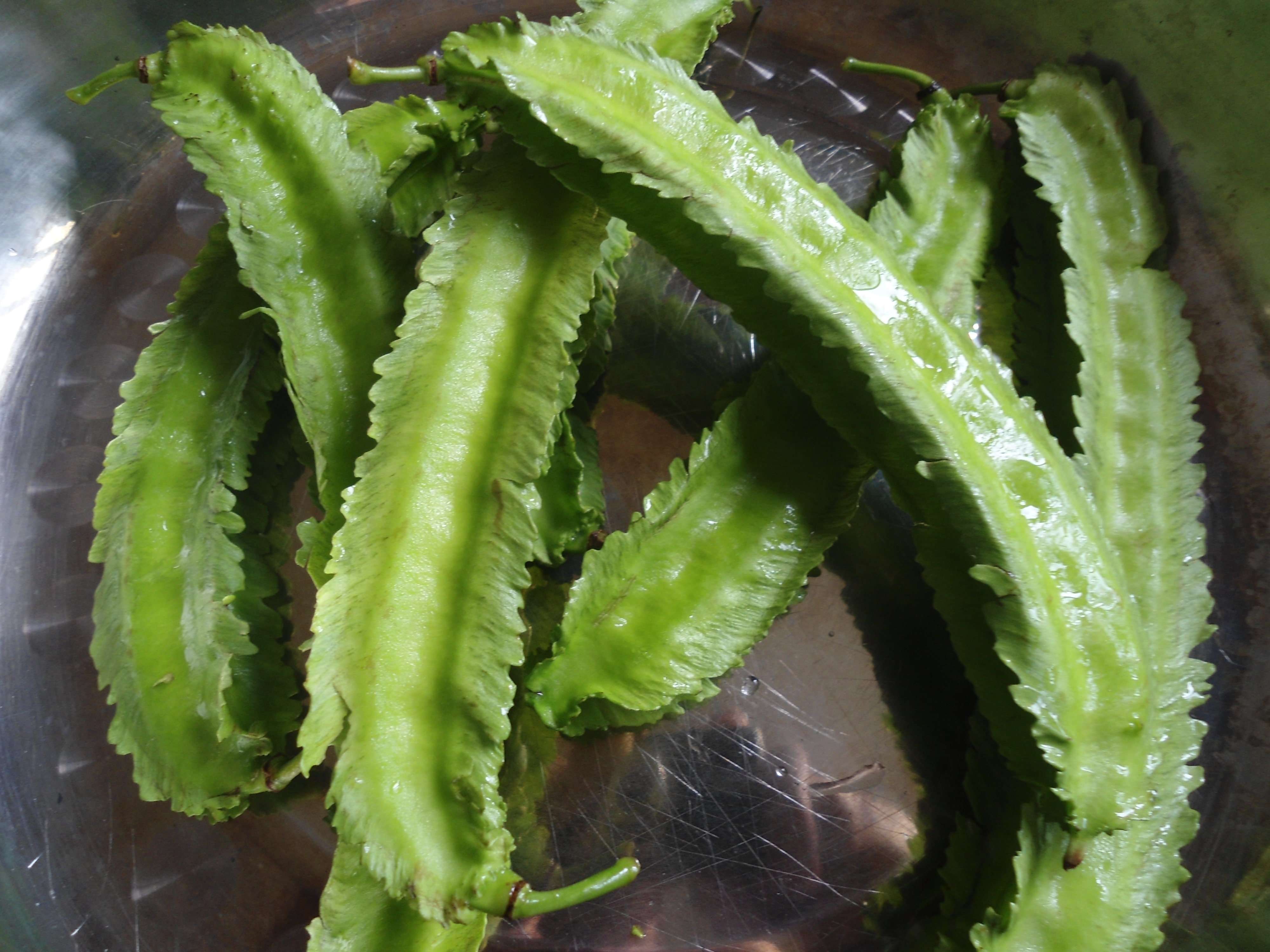
Telosma procumbens (ähnliches Bild)
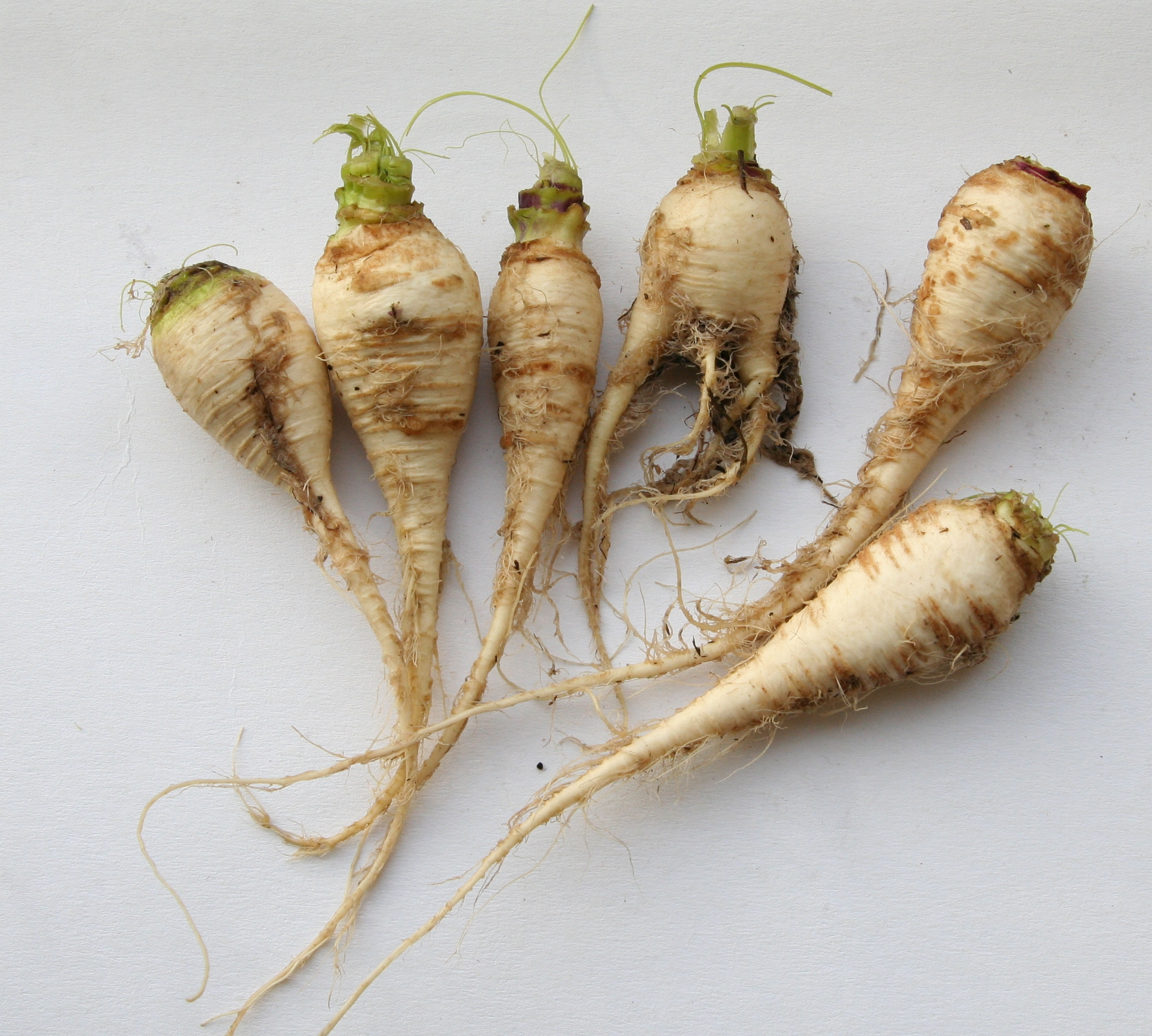
Teltower Rübchen
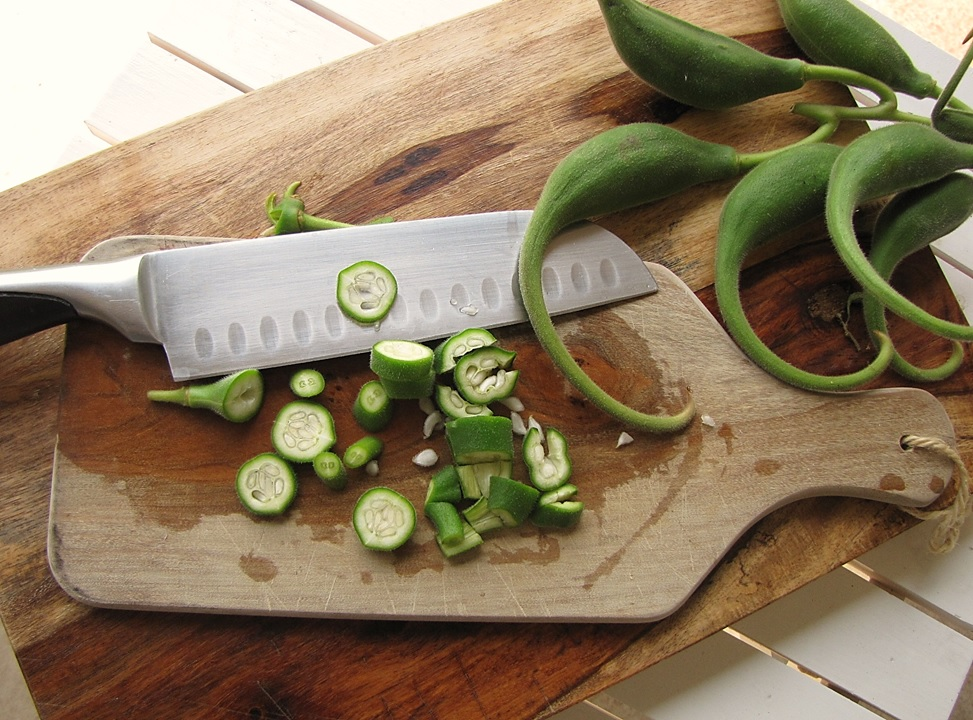
Teufelskralle, Teufelsklaue (Ibicella lutea, Martynia annua, Proboscidea louisianica, Proboscidea parviflora u. a.)
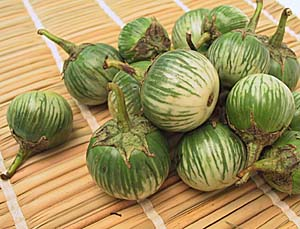
Thai-Aubergine
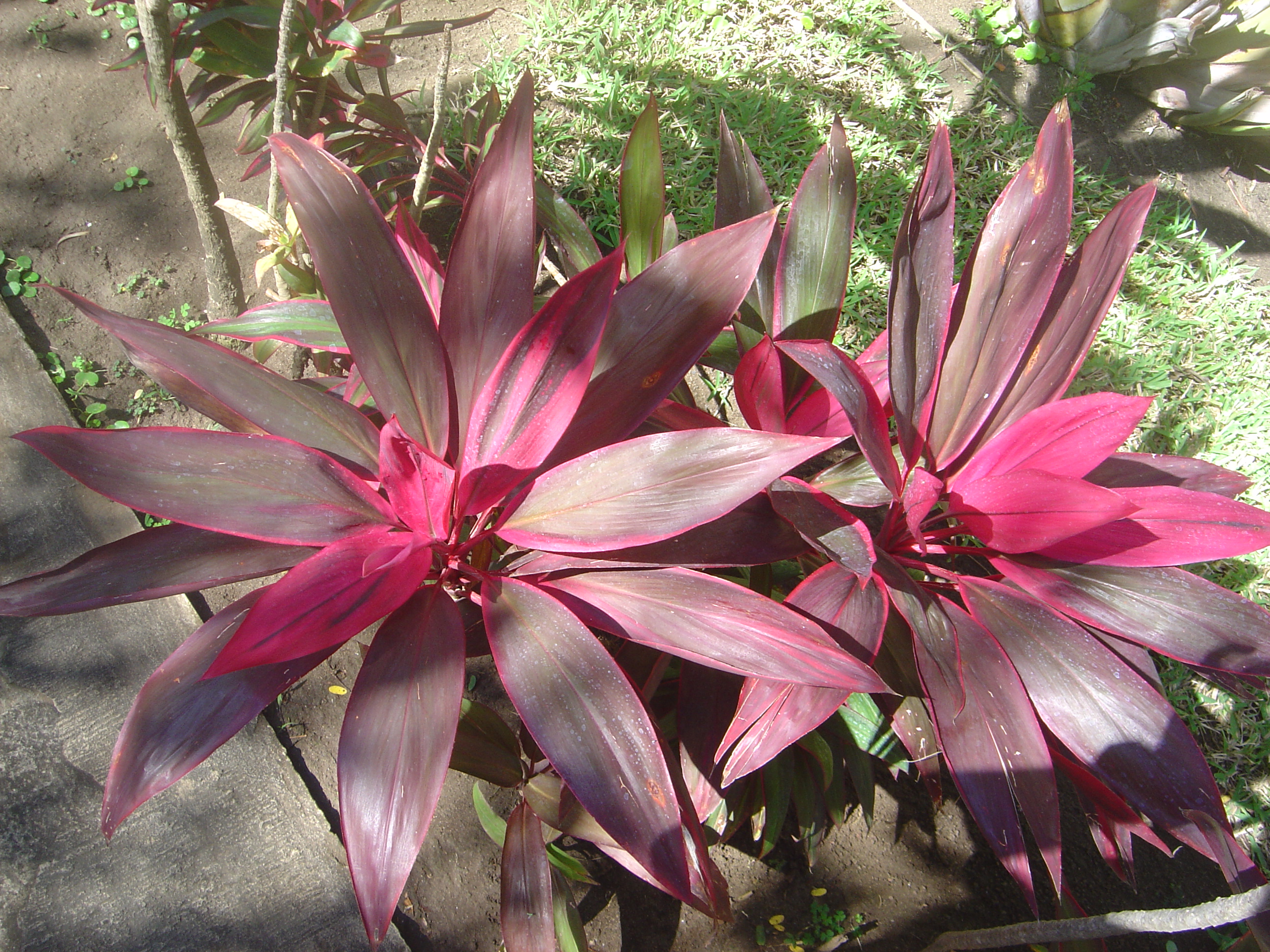
Ti
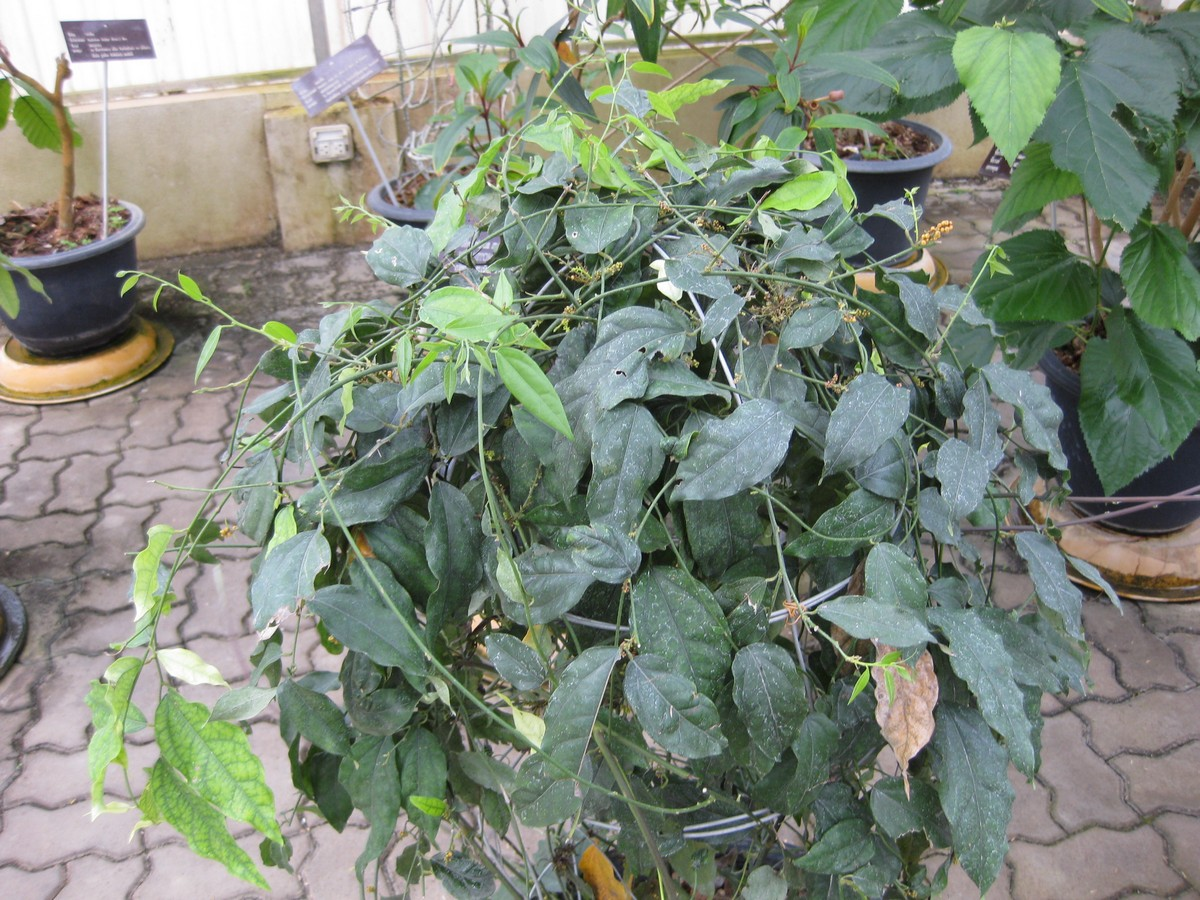
Tiliacora triandra
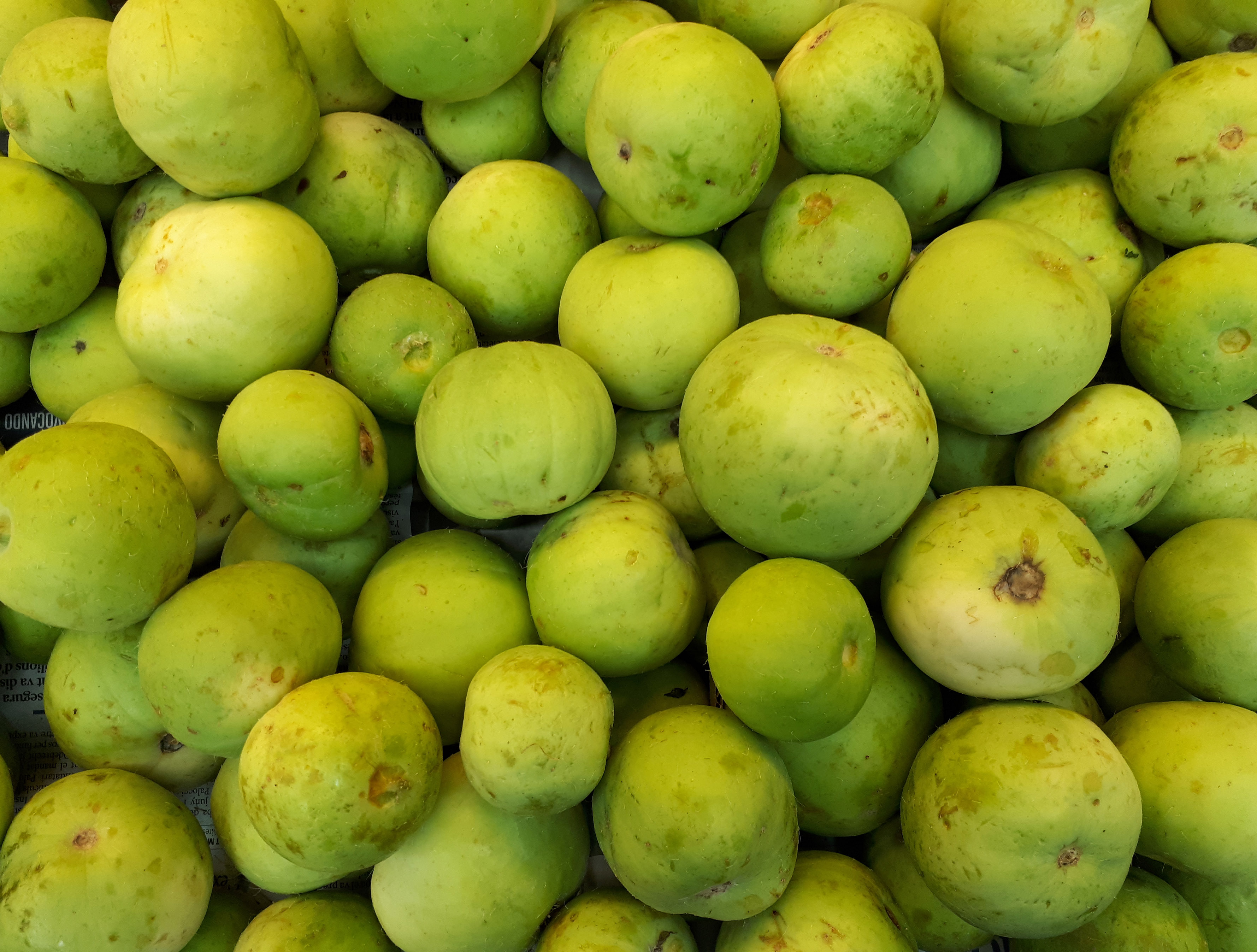
Tinda
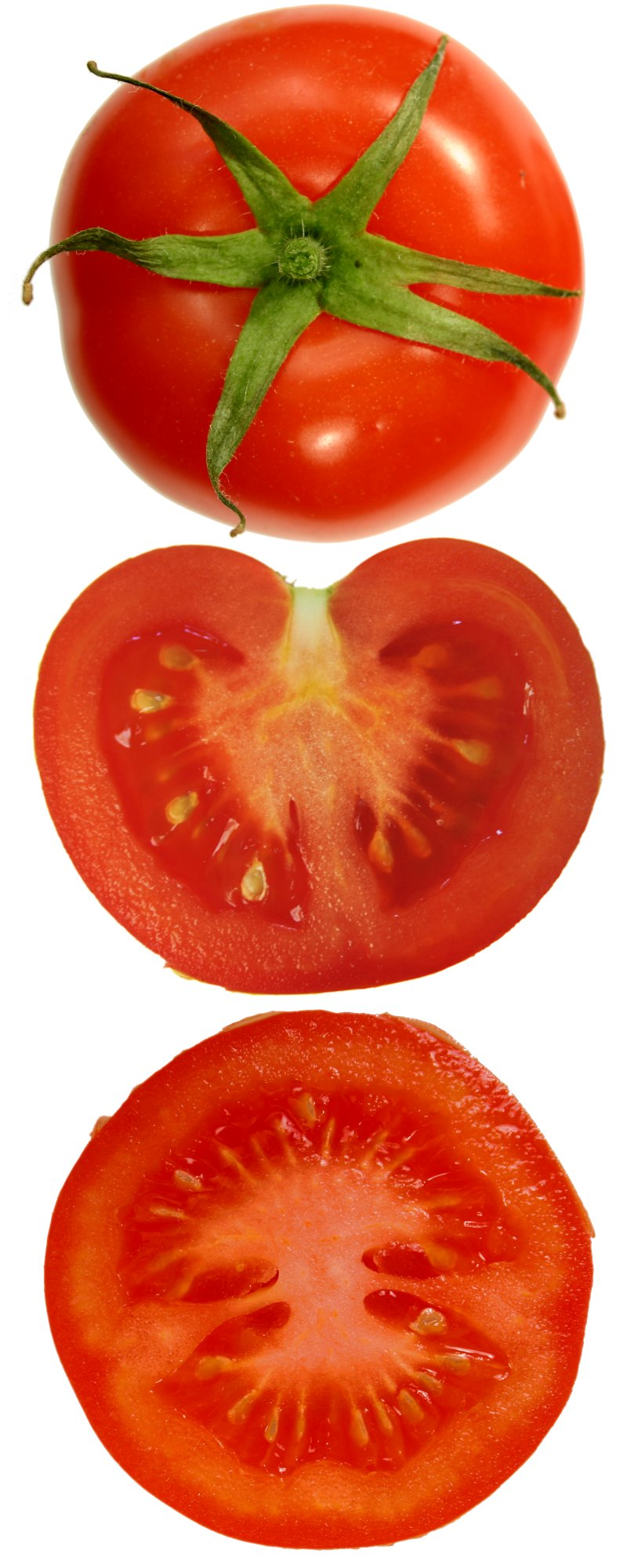
Tomate (Paradeiser)
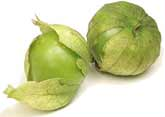
Tomatillo
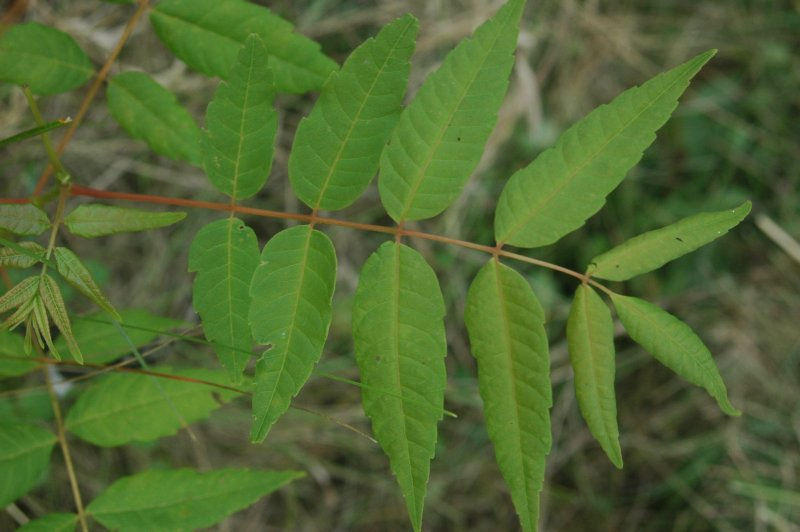
Toona sinensis
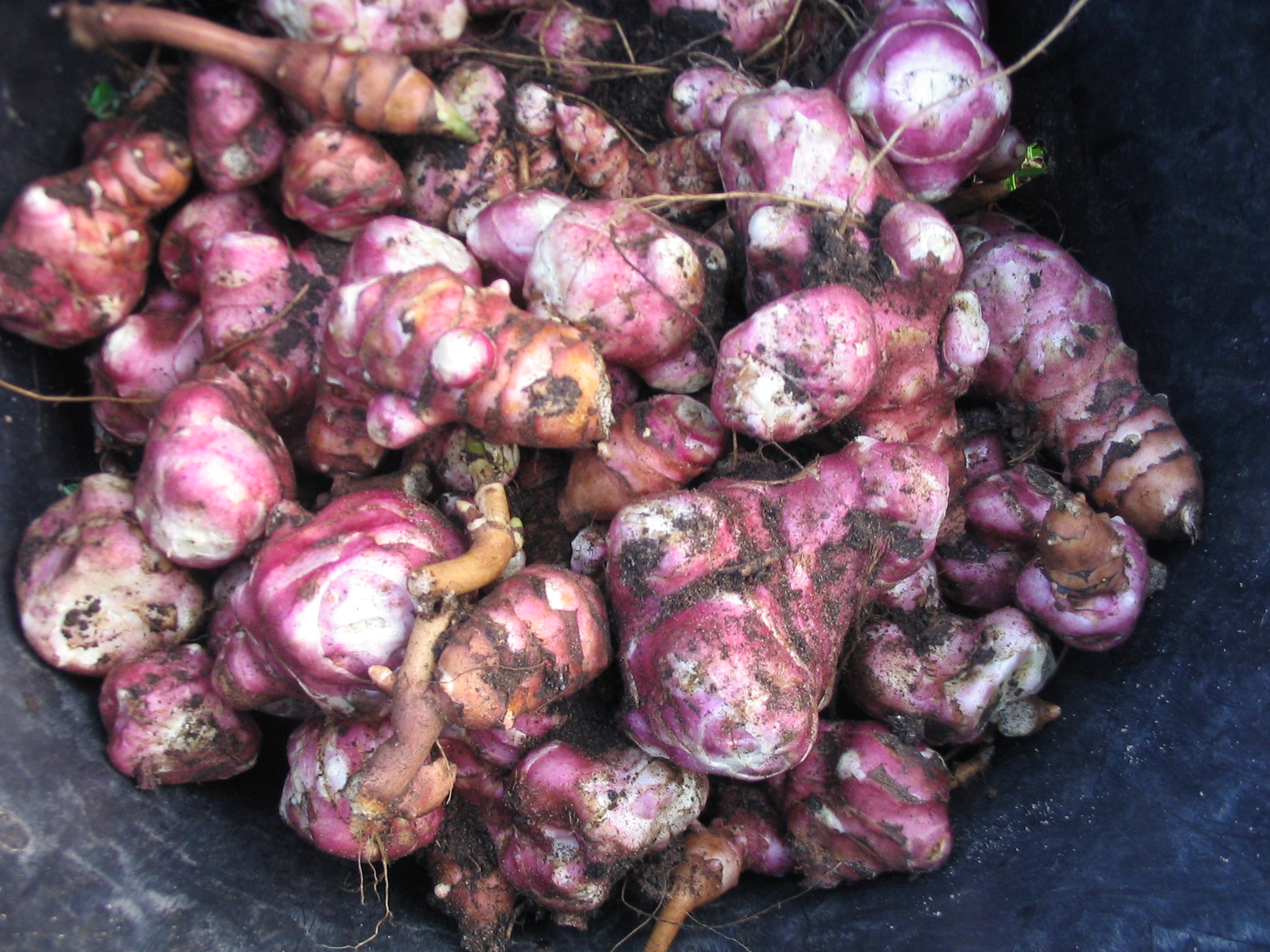
Topinambur (Sunchoke) (auch Helianthus strumosus)
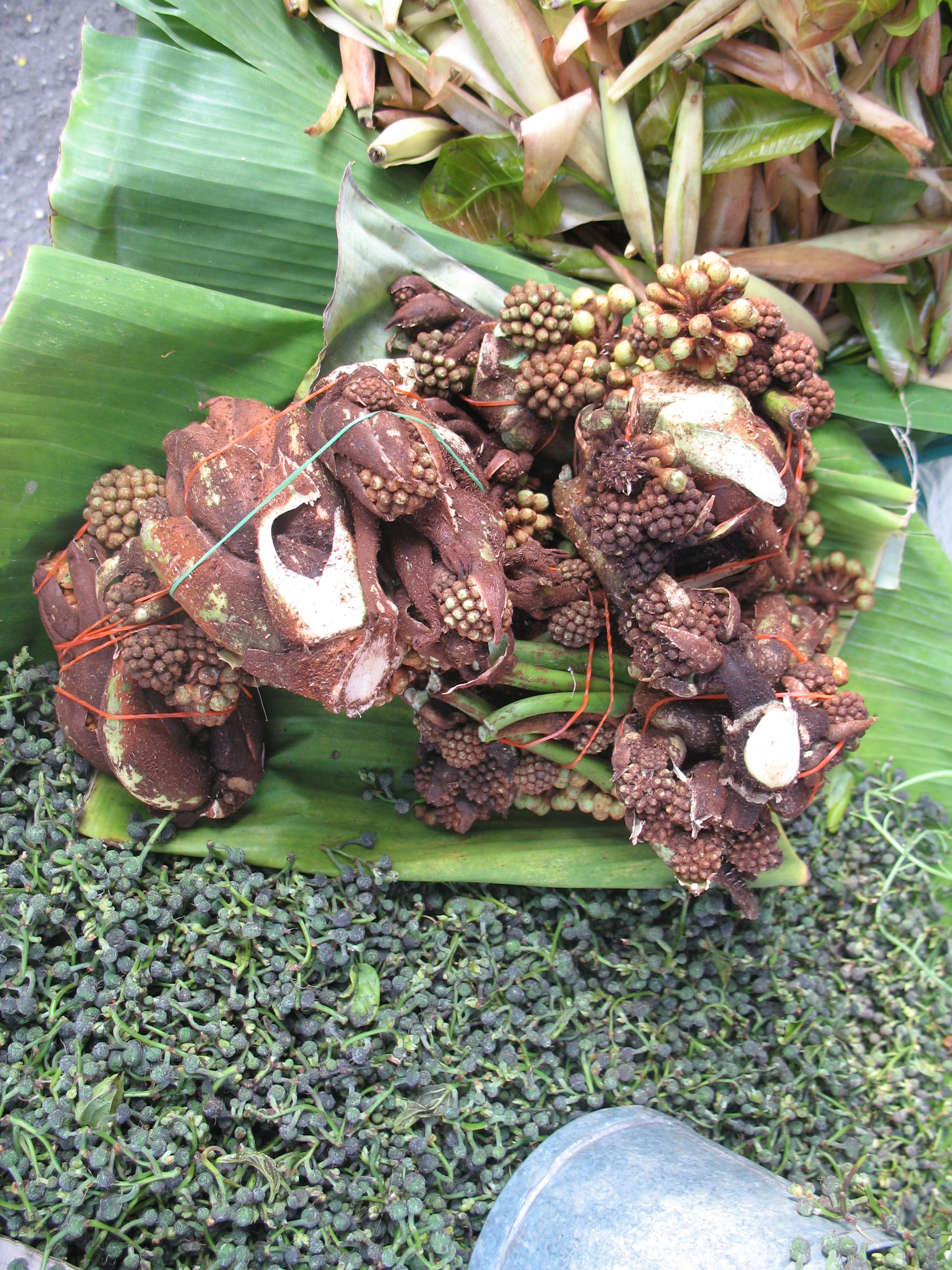
Trevesia palmata (junge Blütenstände und auch Blätter)
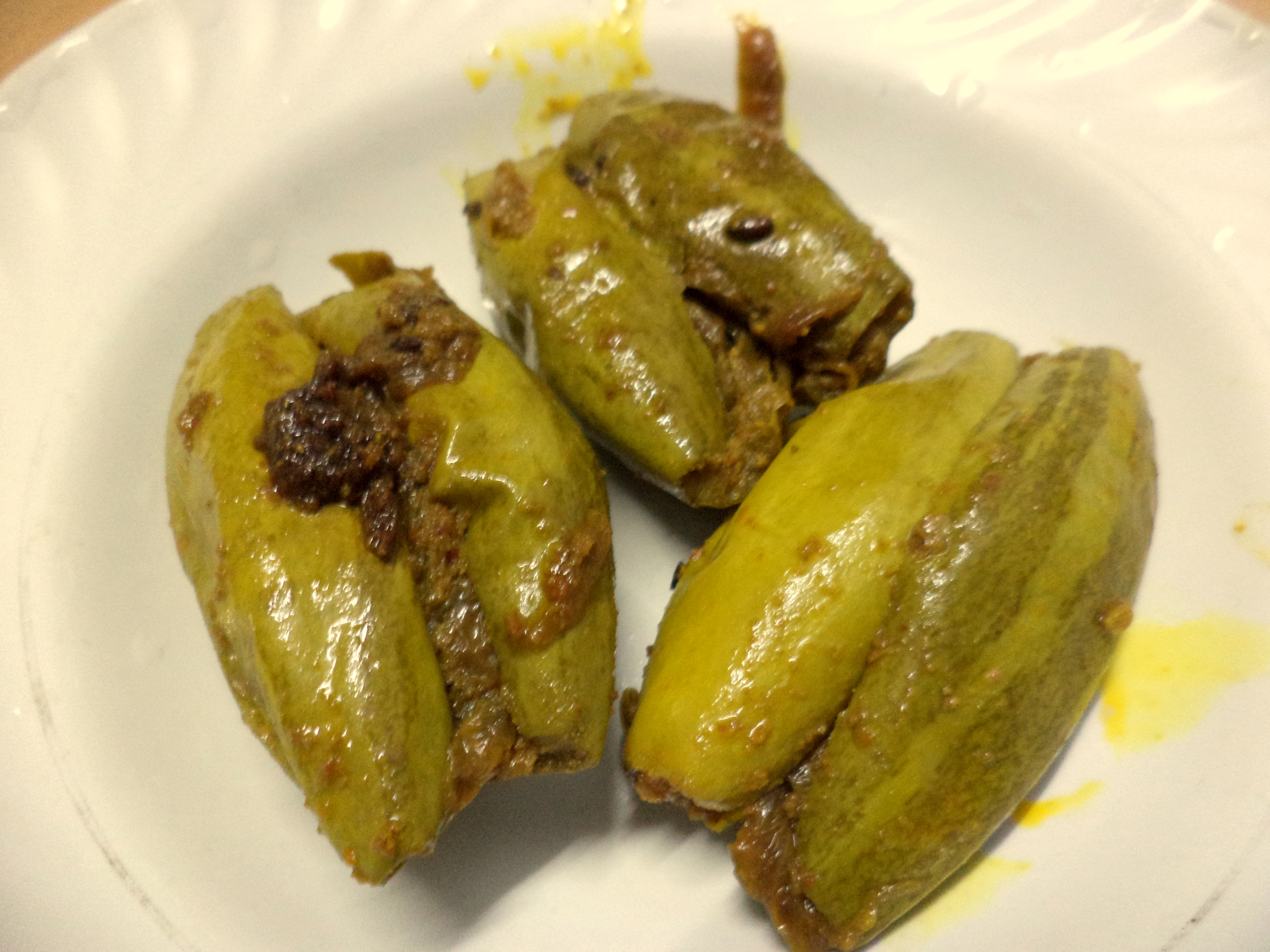
Trichosanthes dioica
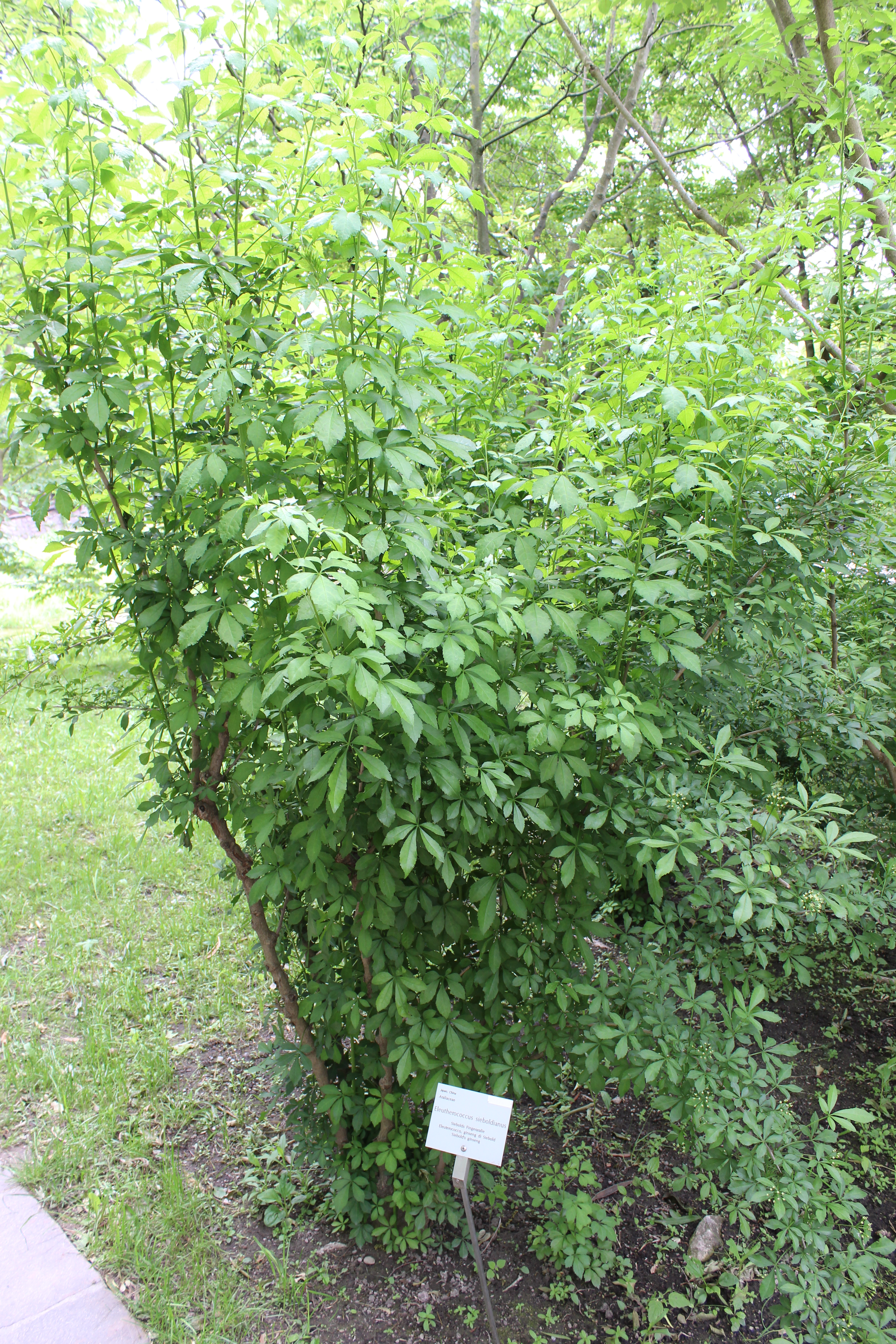
Ukogi (Eleutherococcus sieboldianus) (ähnlich ist Borstige Taigawurzel) (junge Blätter)
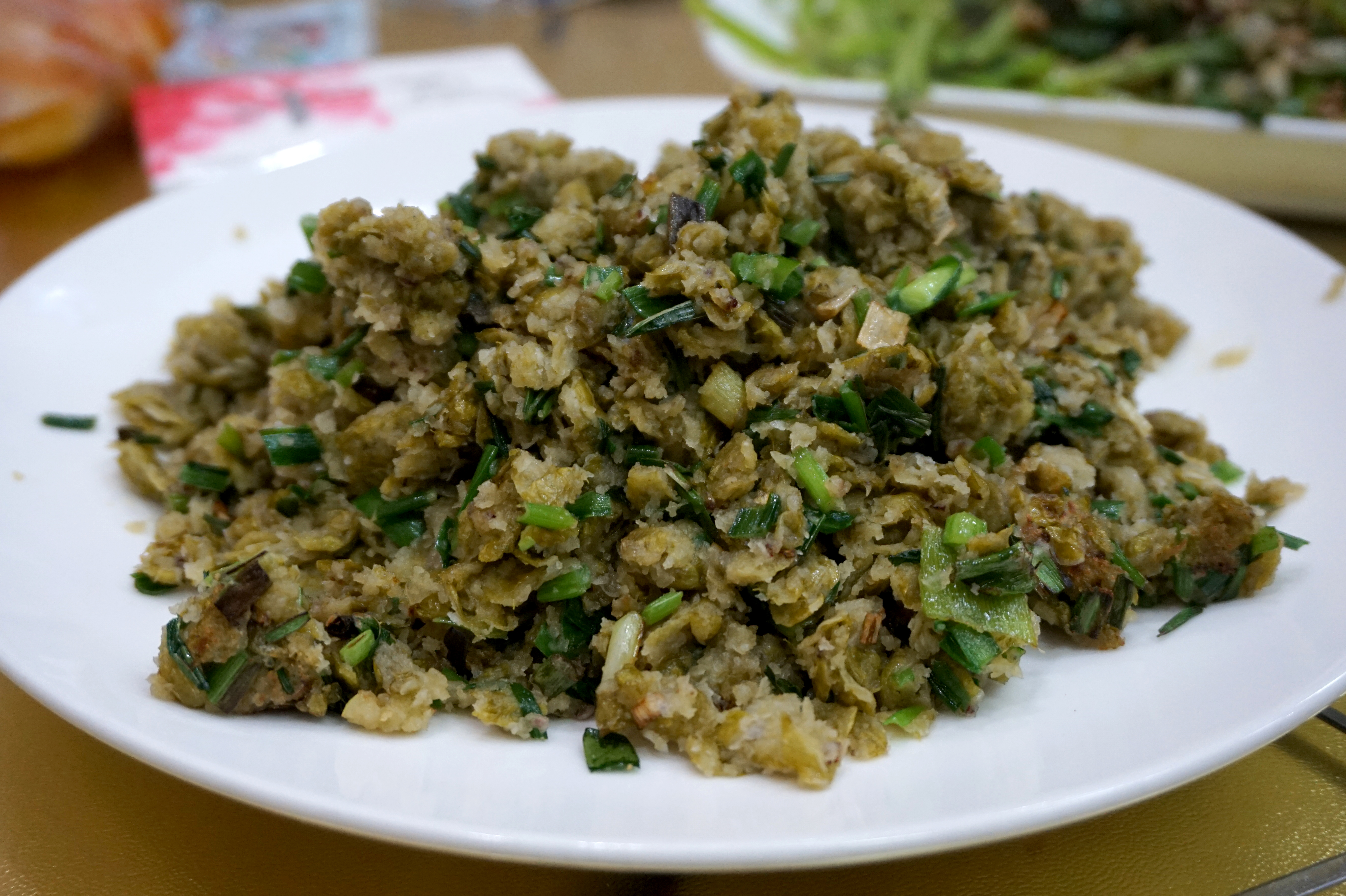
junge Ulmenfrüchte von Ulmus pumila (auch Ulmus rubra, Ulmus parvifolia) (als Gemüse oder Salat) (auch Blätter von einigen Ulmenarten)
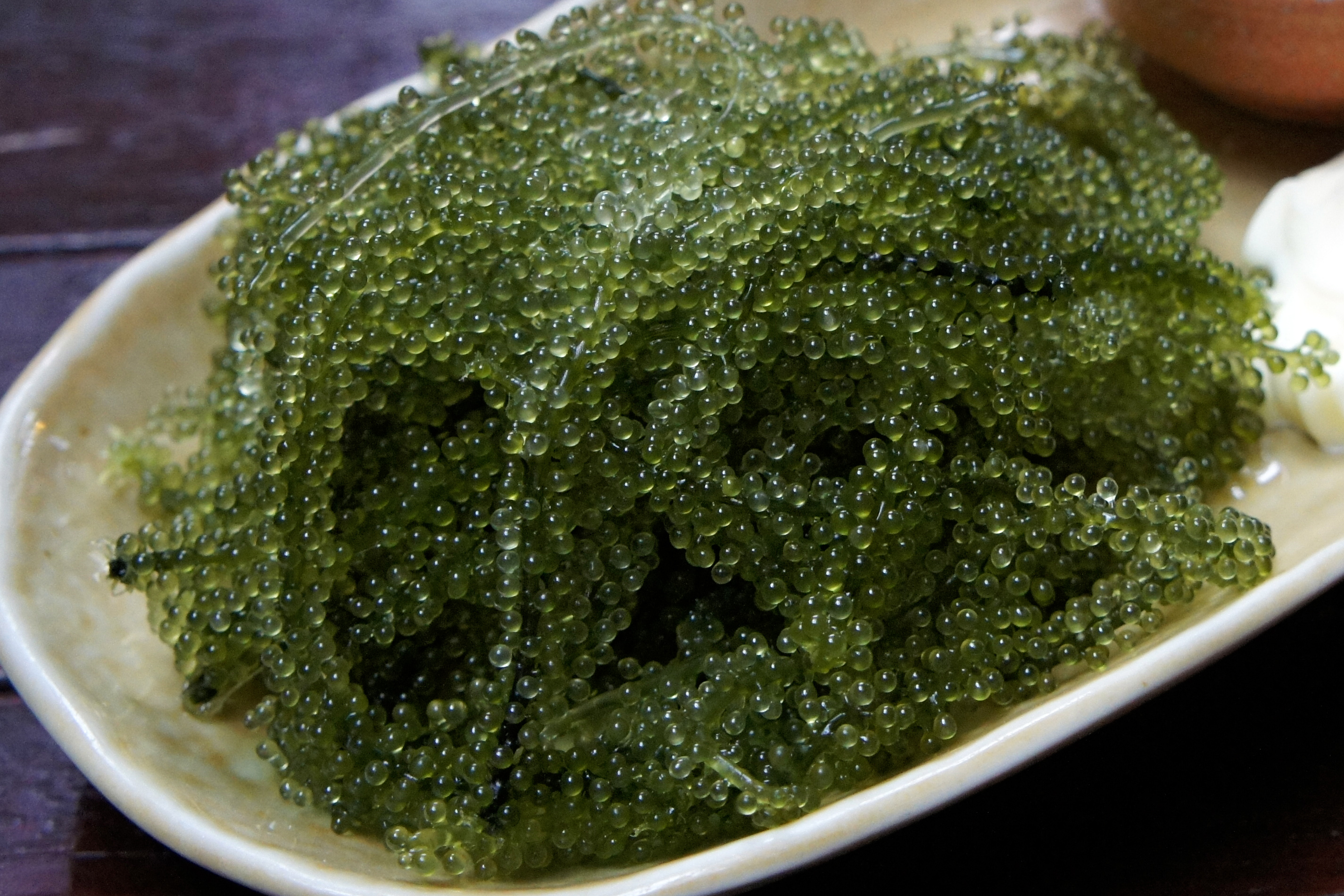
Umibudo(u) (Seetrauben, Grüner Kaviar)
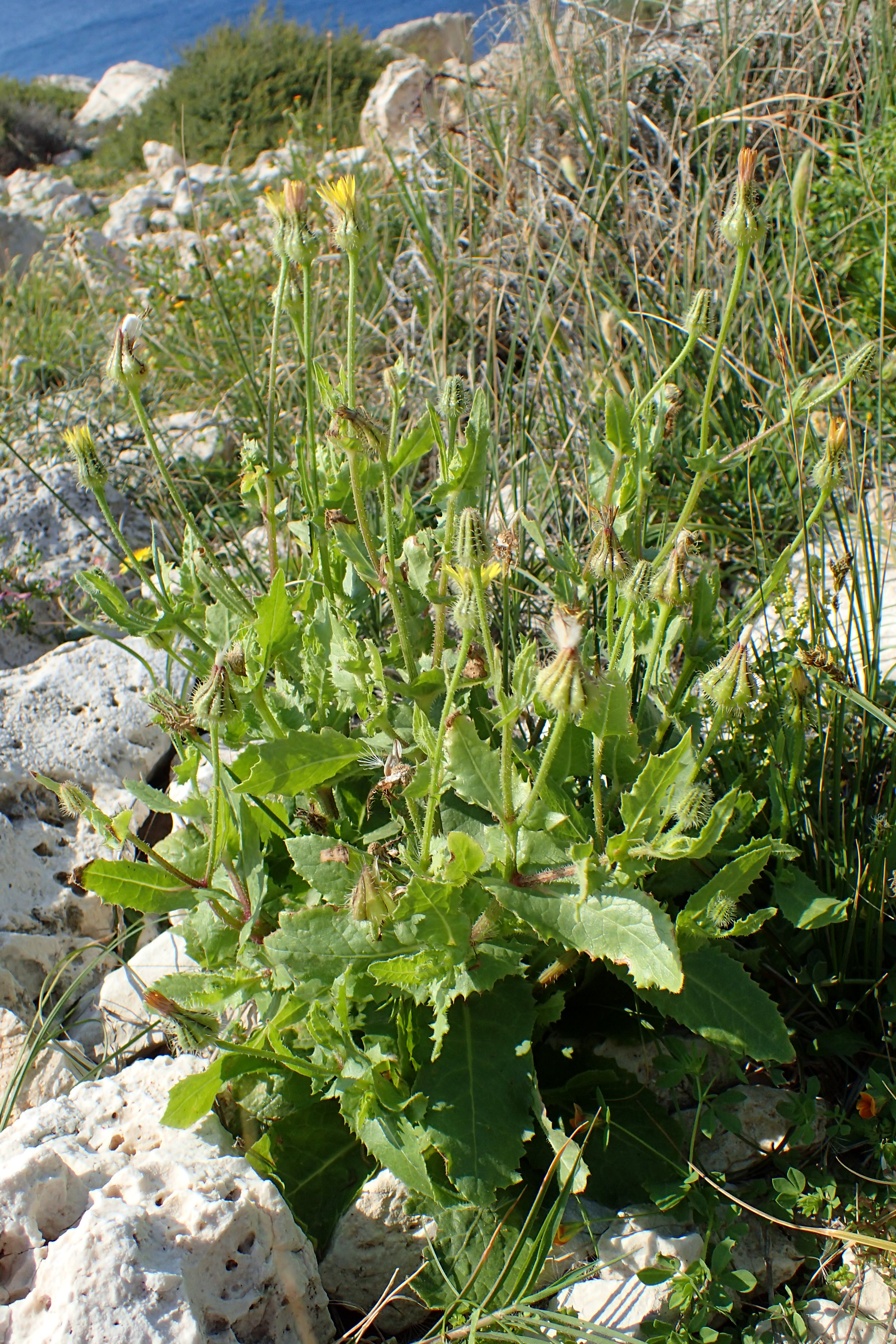
Urospermum picroides (untere Blätter; auch als Salat, Knospen wie „Deutsche Kapern“)
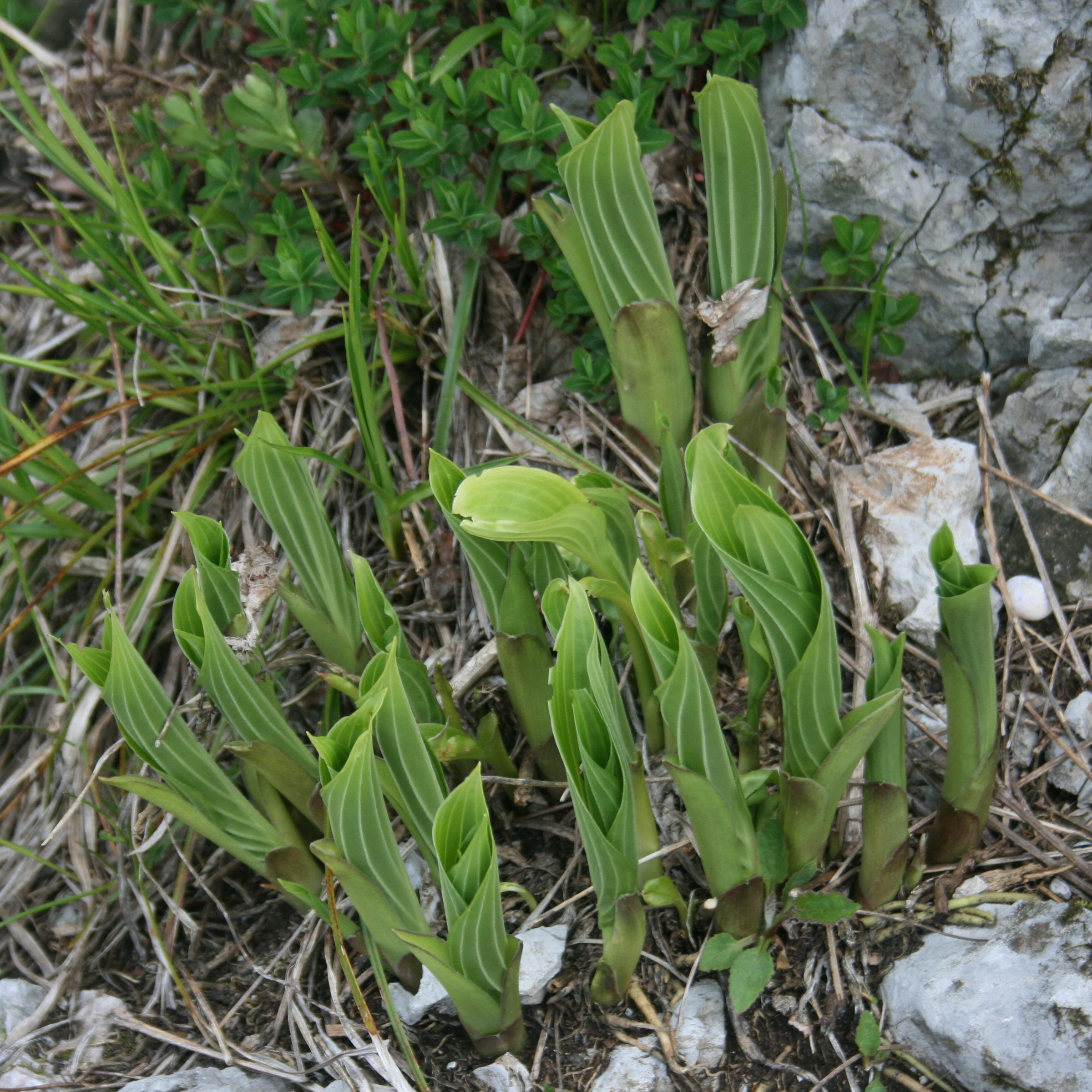
Urui (Hosta sieboldiana var. sieboldiana auch Graublatt-Funkie) (junge Sprossen)
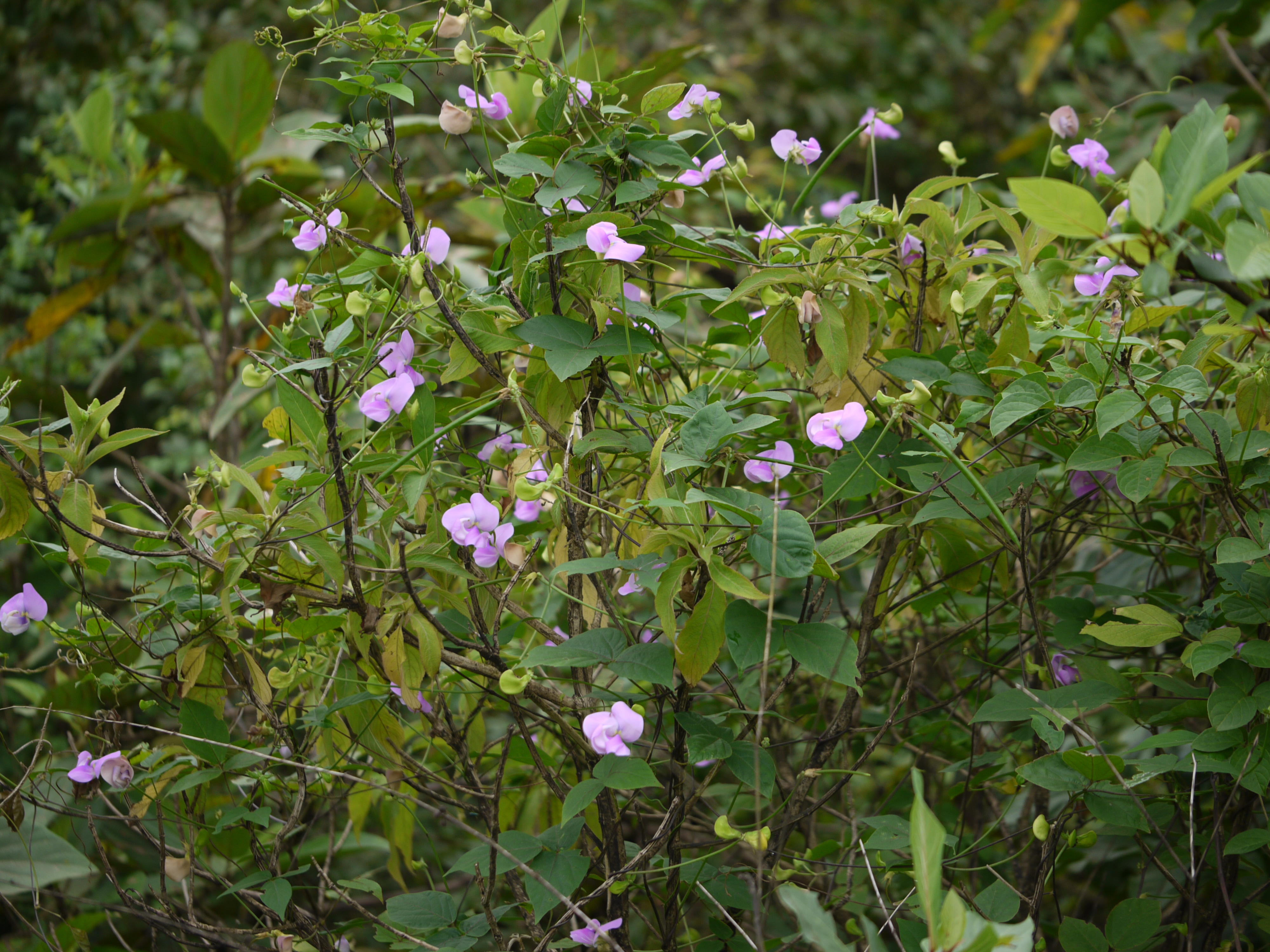
versch. Vigna-Wurzeln (nicht im Bild) (Vigna vexillata, Vigna lanceolata, Vigna marina, Vigna lobatifolia u. a.)
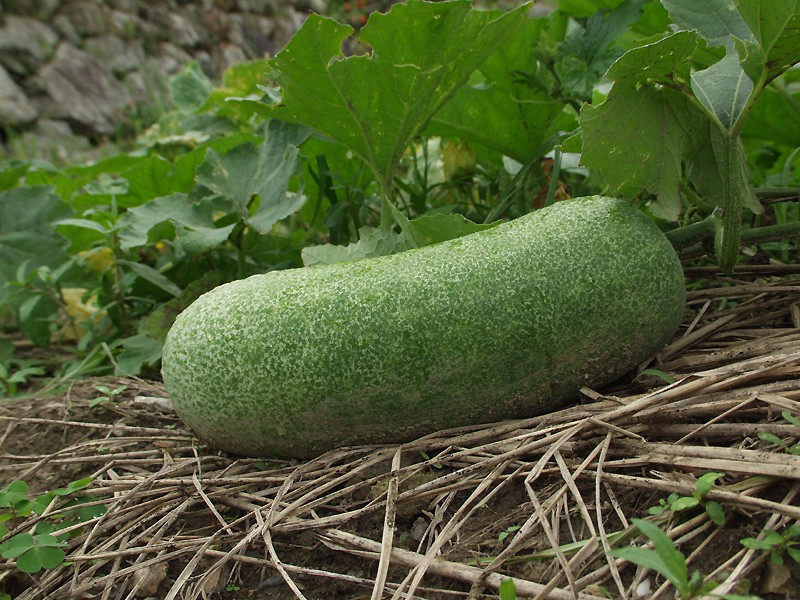
Wachskürbis
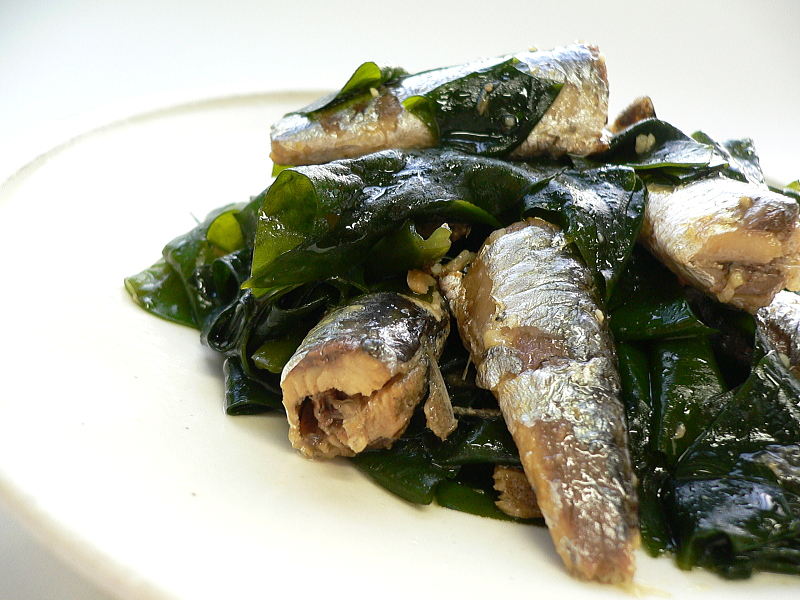
Wakame
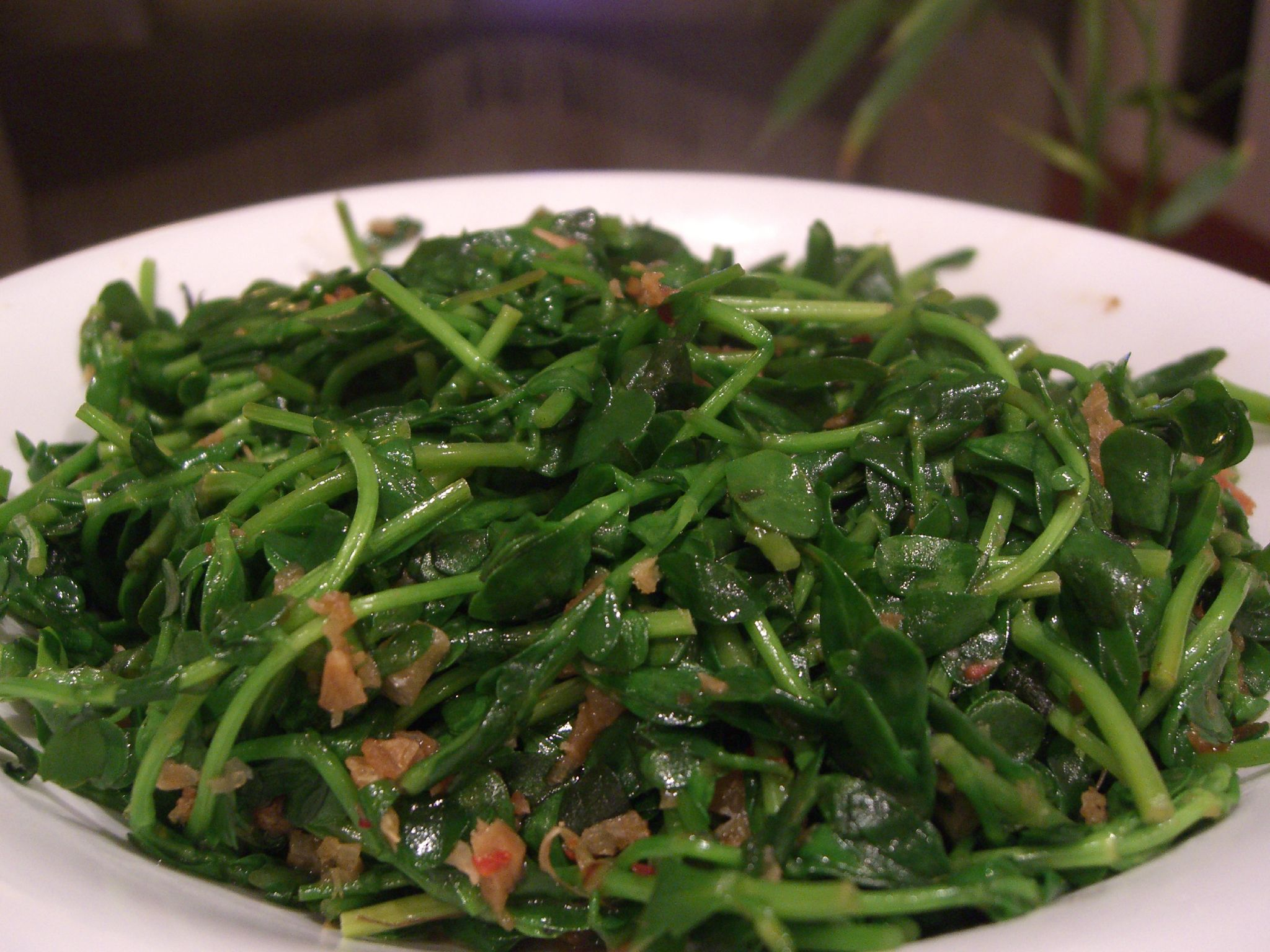
Vogelknöterich ähnlich ist Glinus oppositifolius
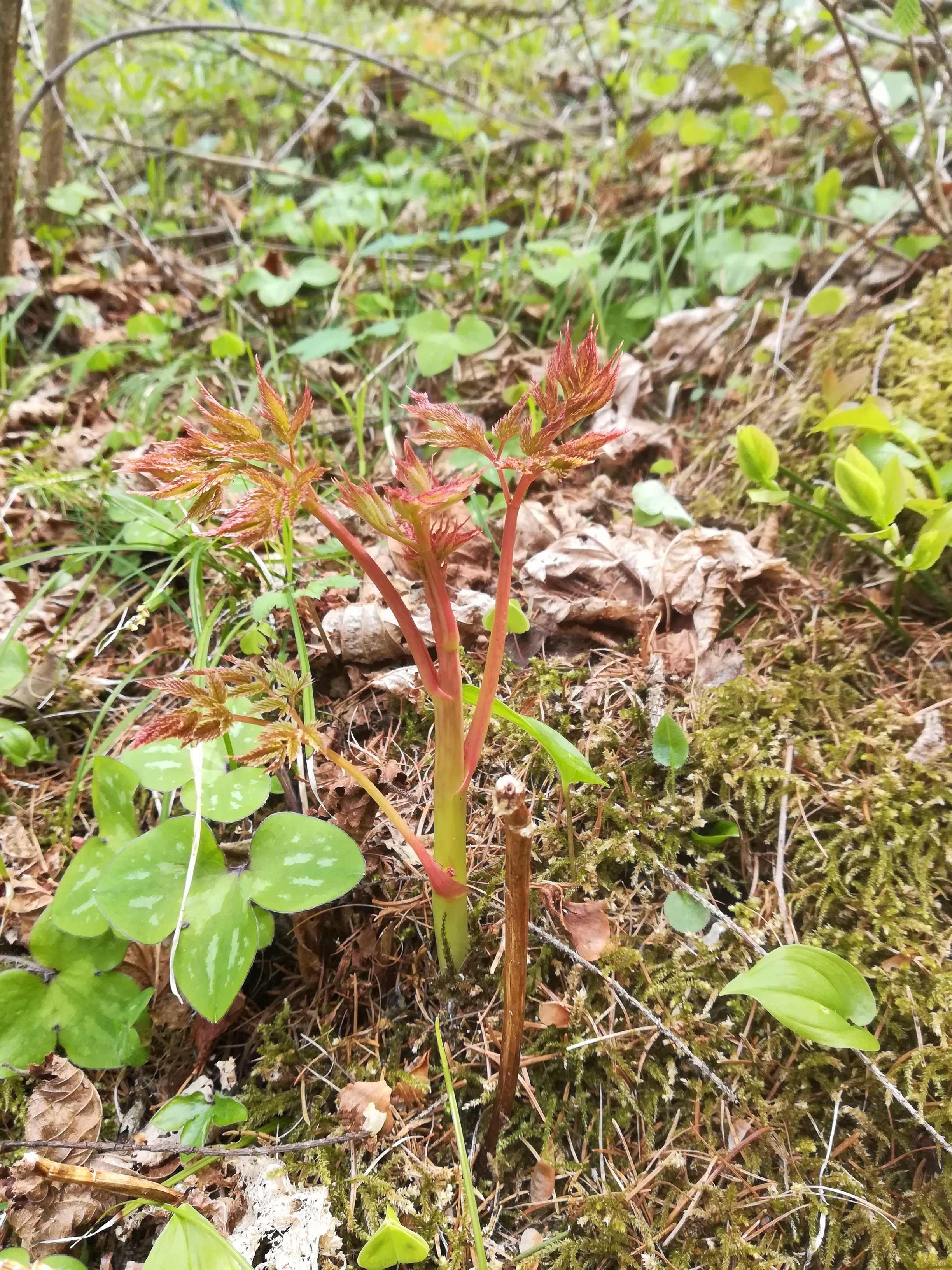
Wald-Geißbart (junge Sprossen)
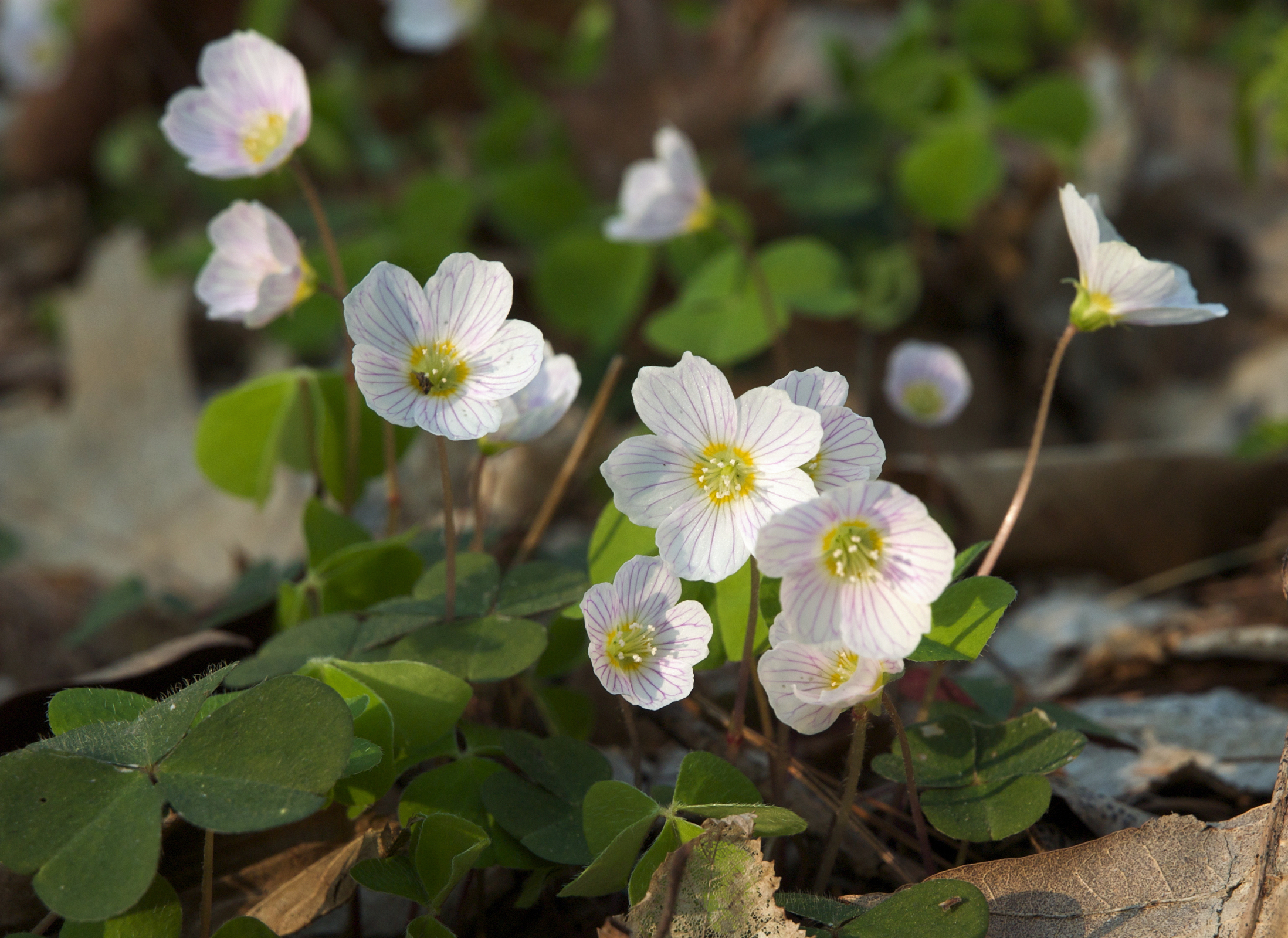
Waldsauerklee (auch als Salat)
Wasabi
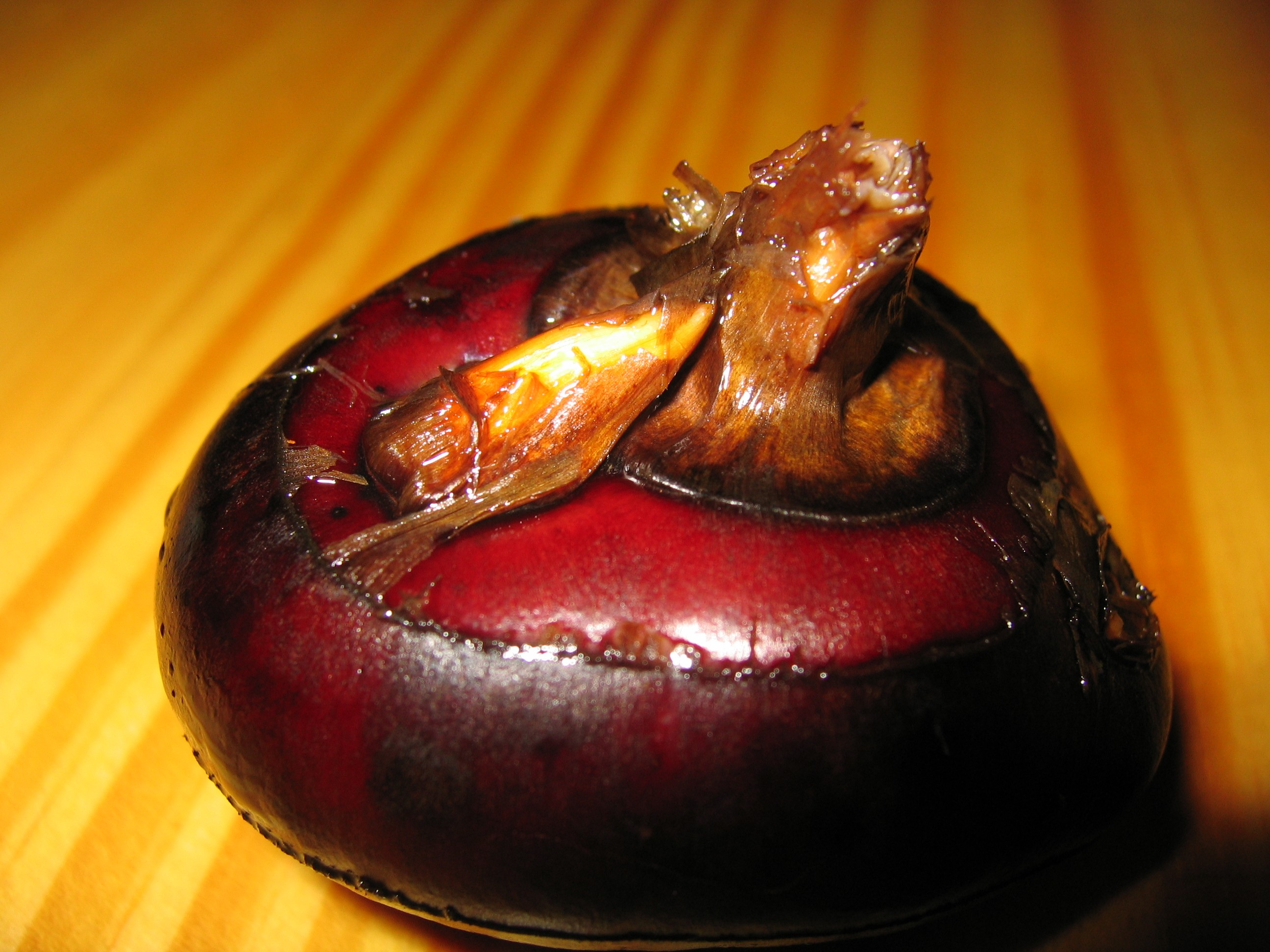
Wasserkastanie
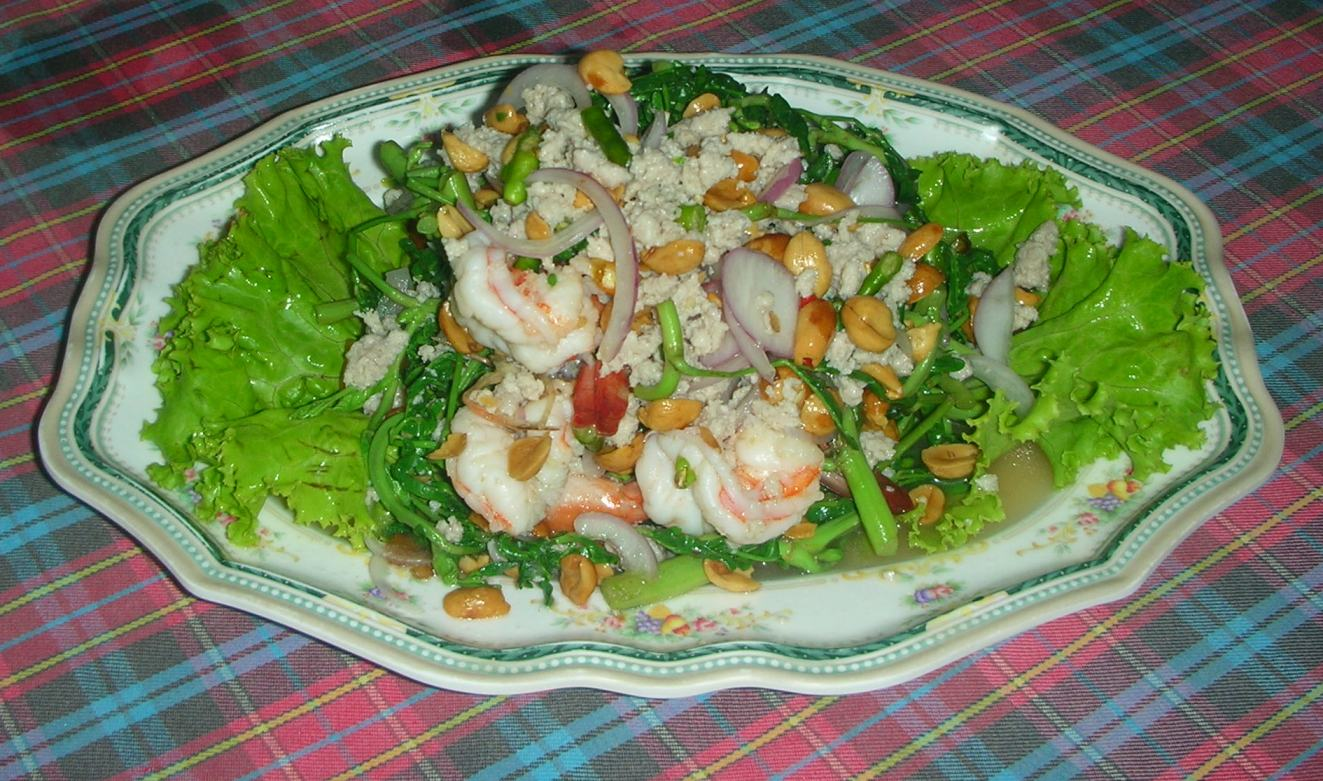
Wassermimose (junge Blätter, Früchte und zarte Stängel)
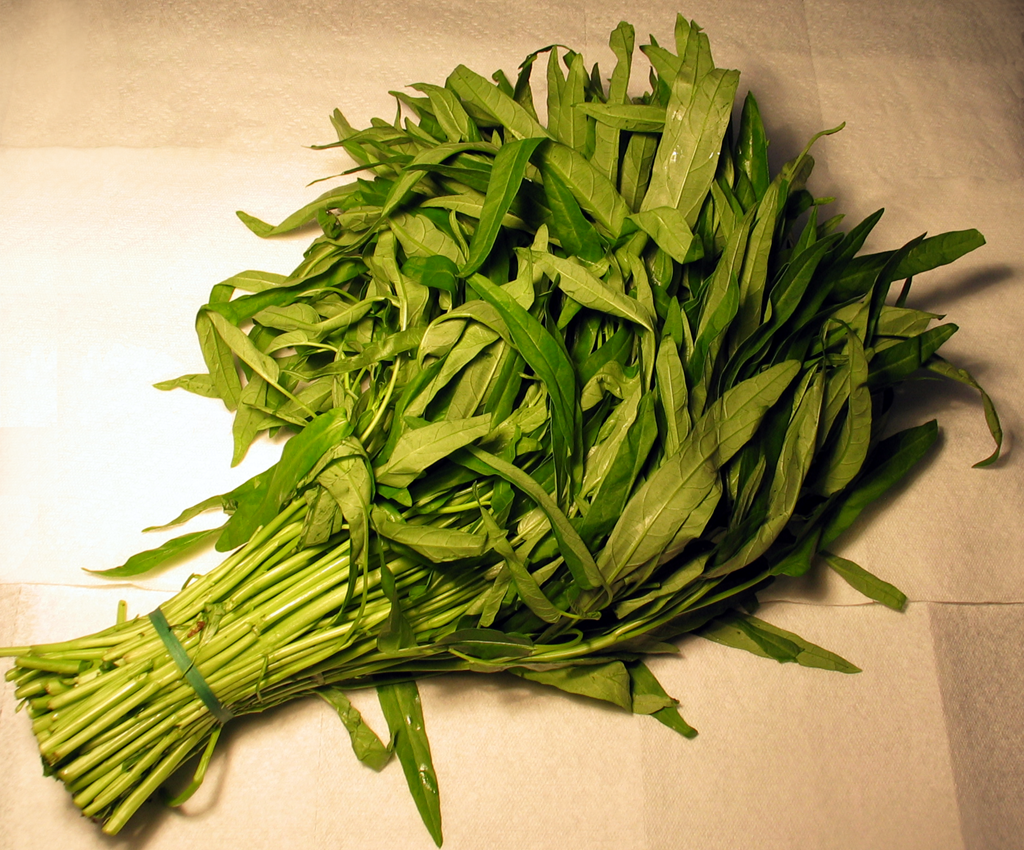
Wasserspinat
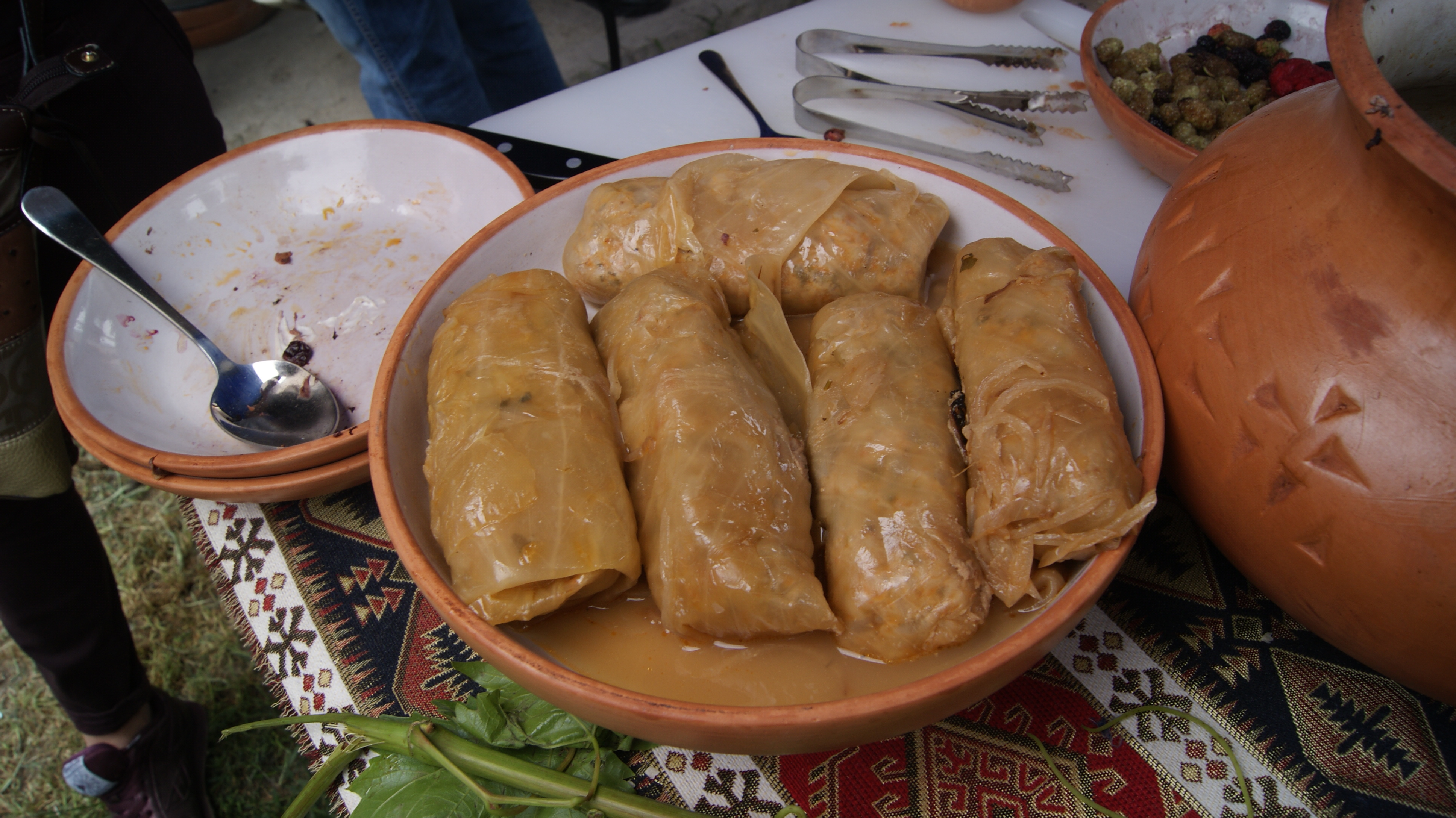
Weinrebenblätter
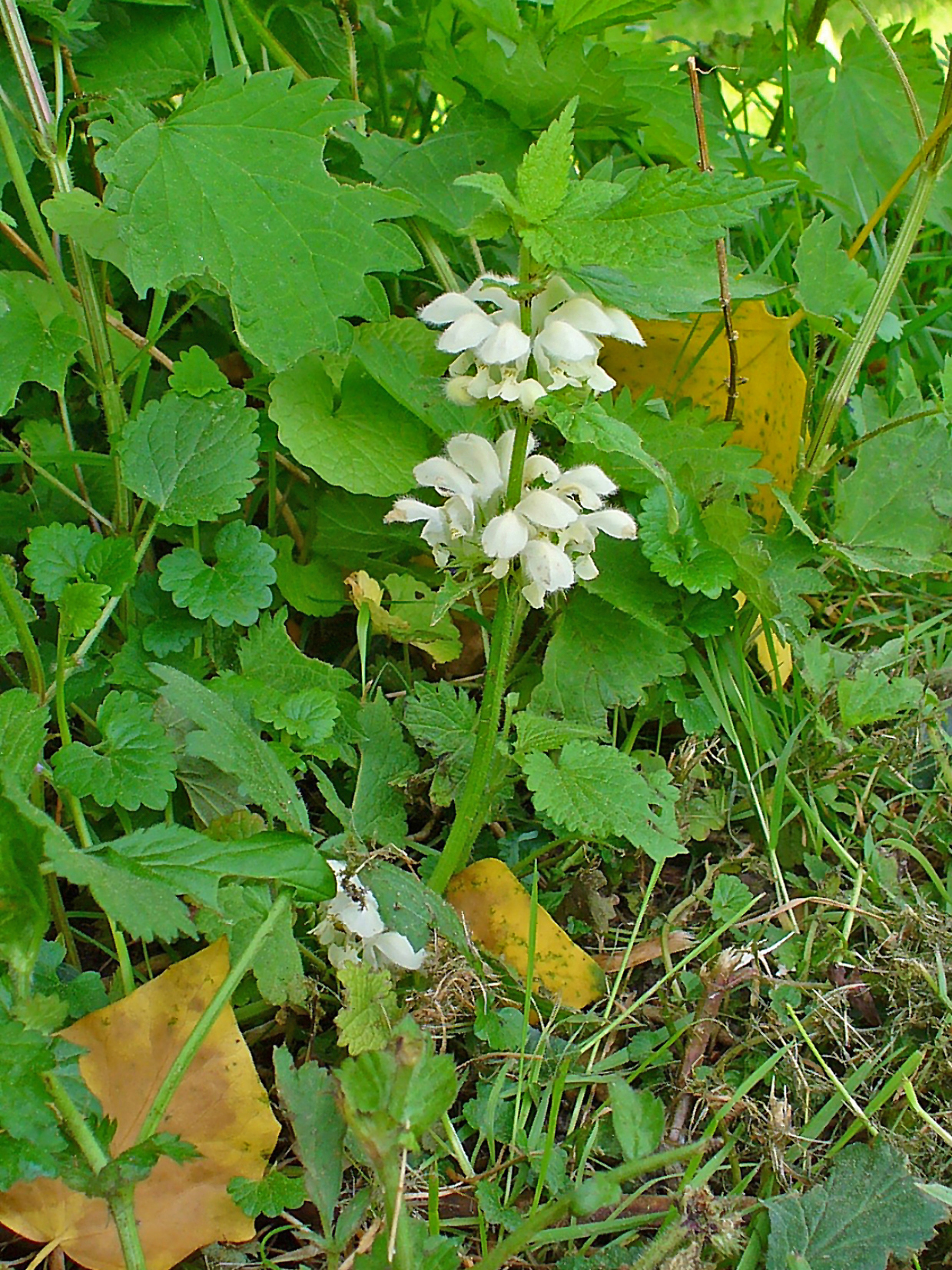
Weiße Taubnessel (junge Blätter) (auch als Salat)
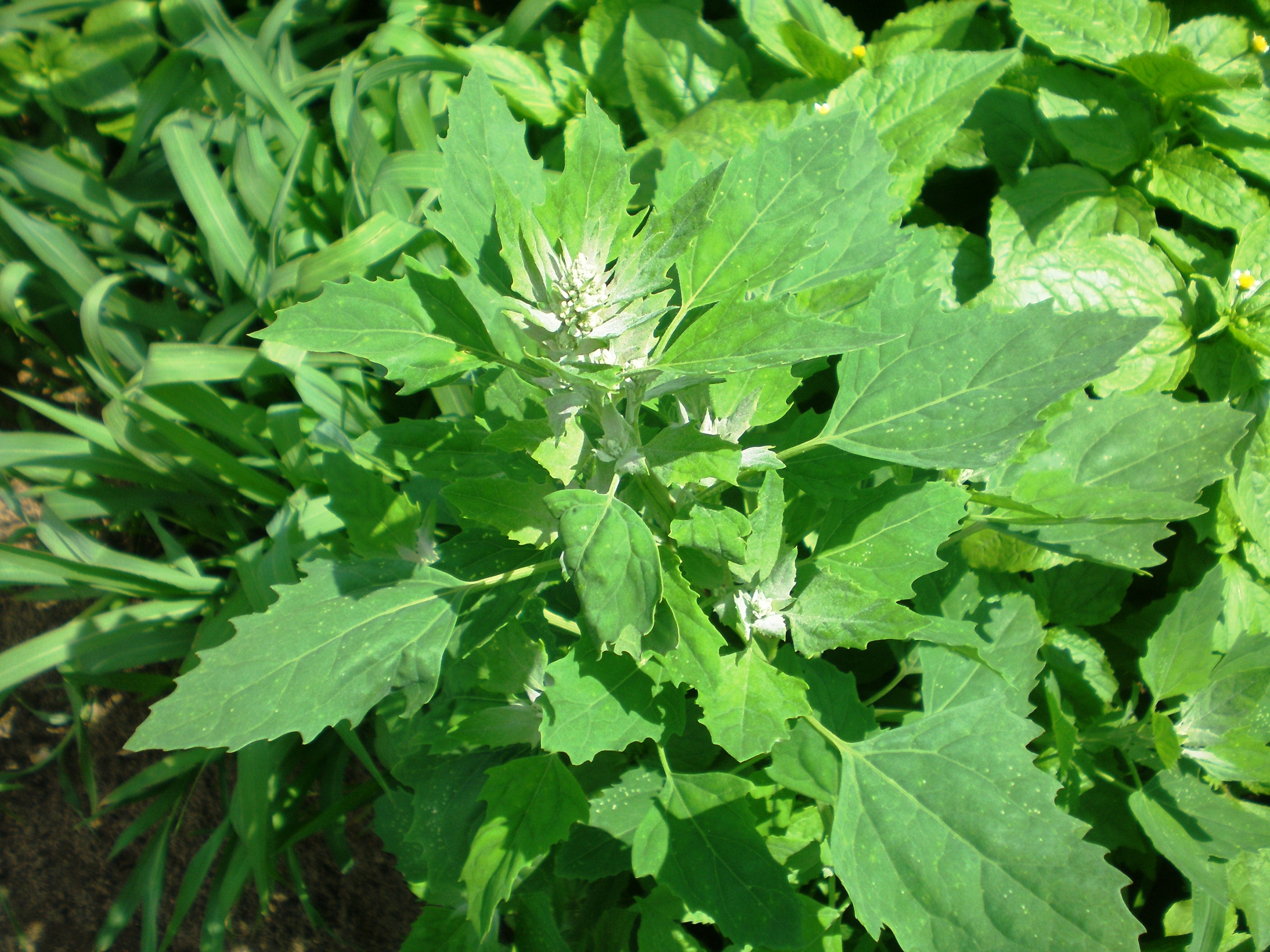
Weißer Gänsefuß
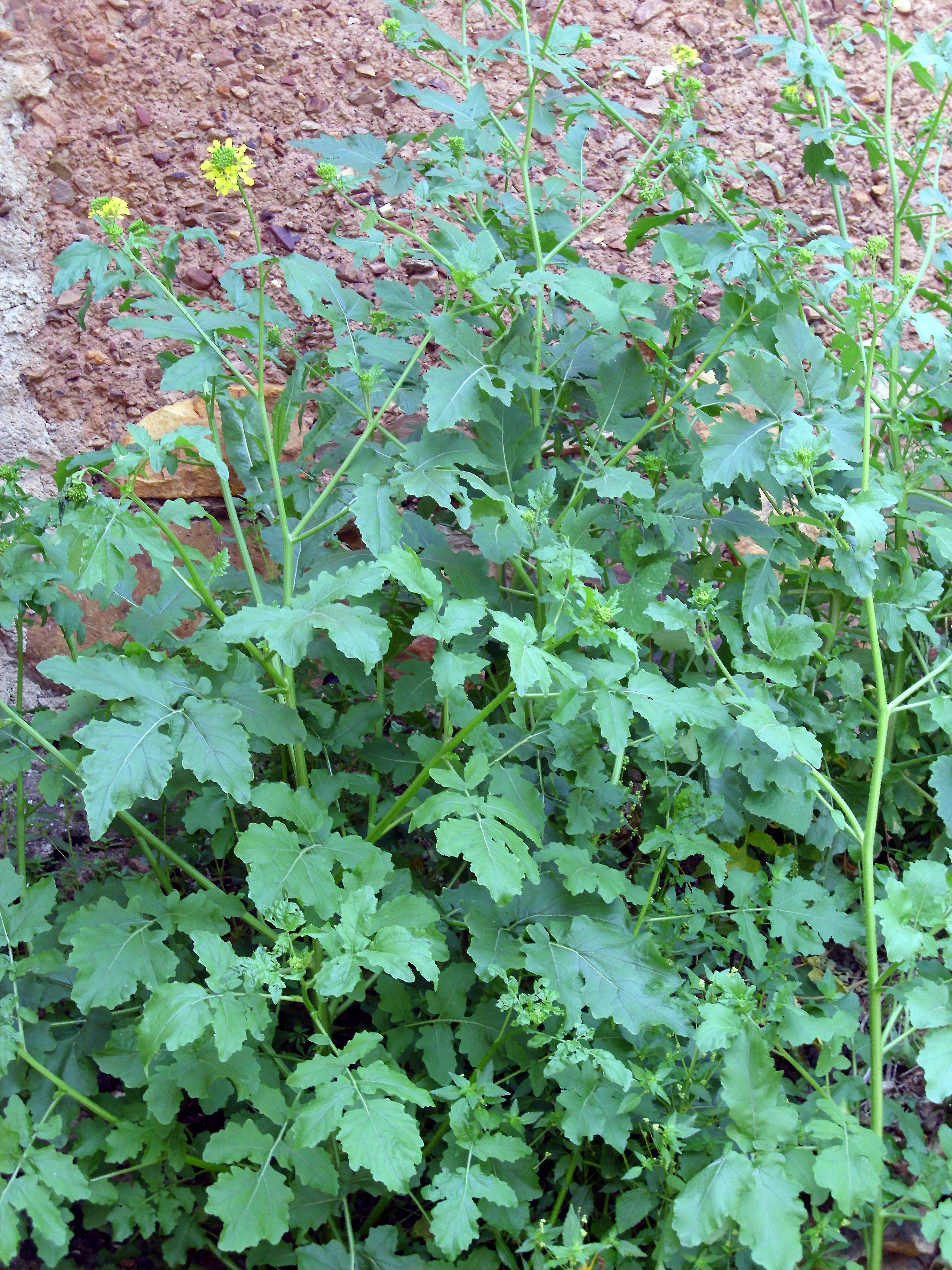
Weißer Senf
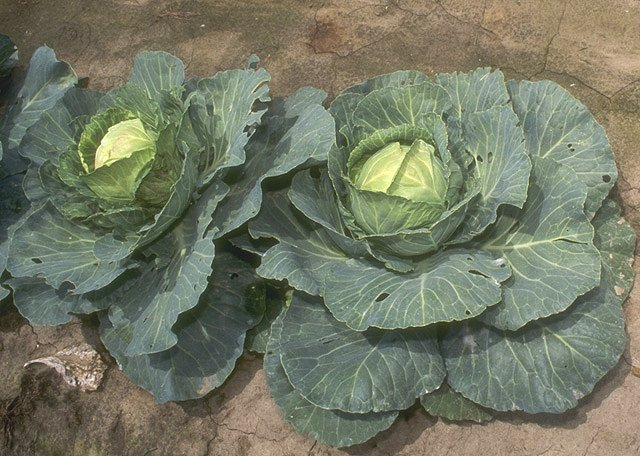
Weißkohl (Weißkraut, Kraut, Sauerkraut)
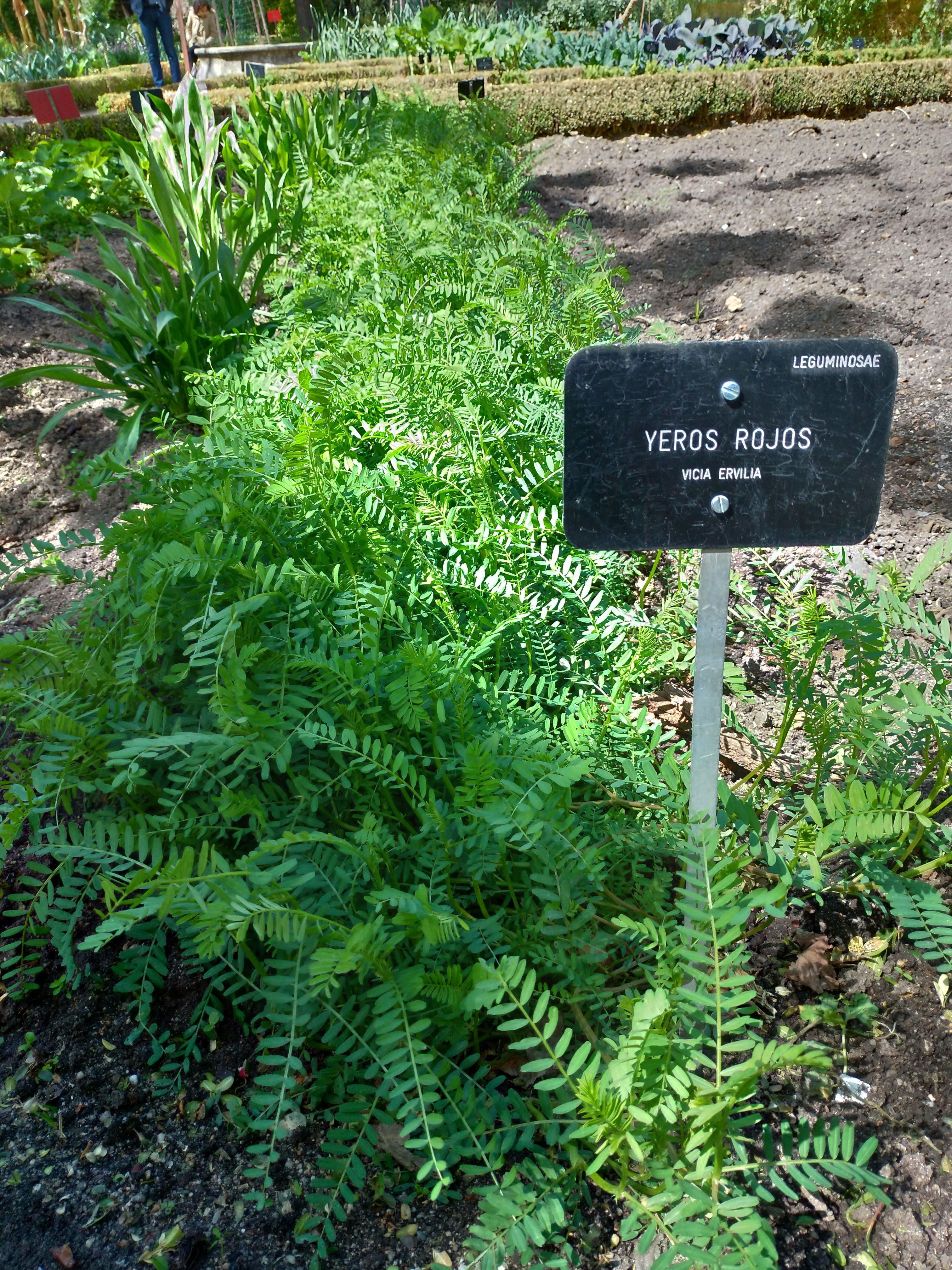
Wickentriebe (Linsen-Wicke, Zaun-Wicke)
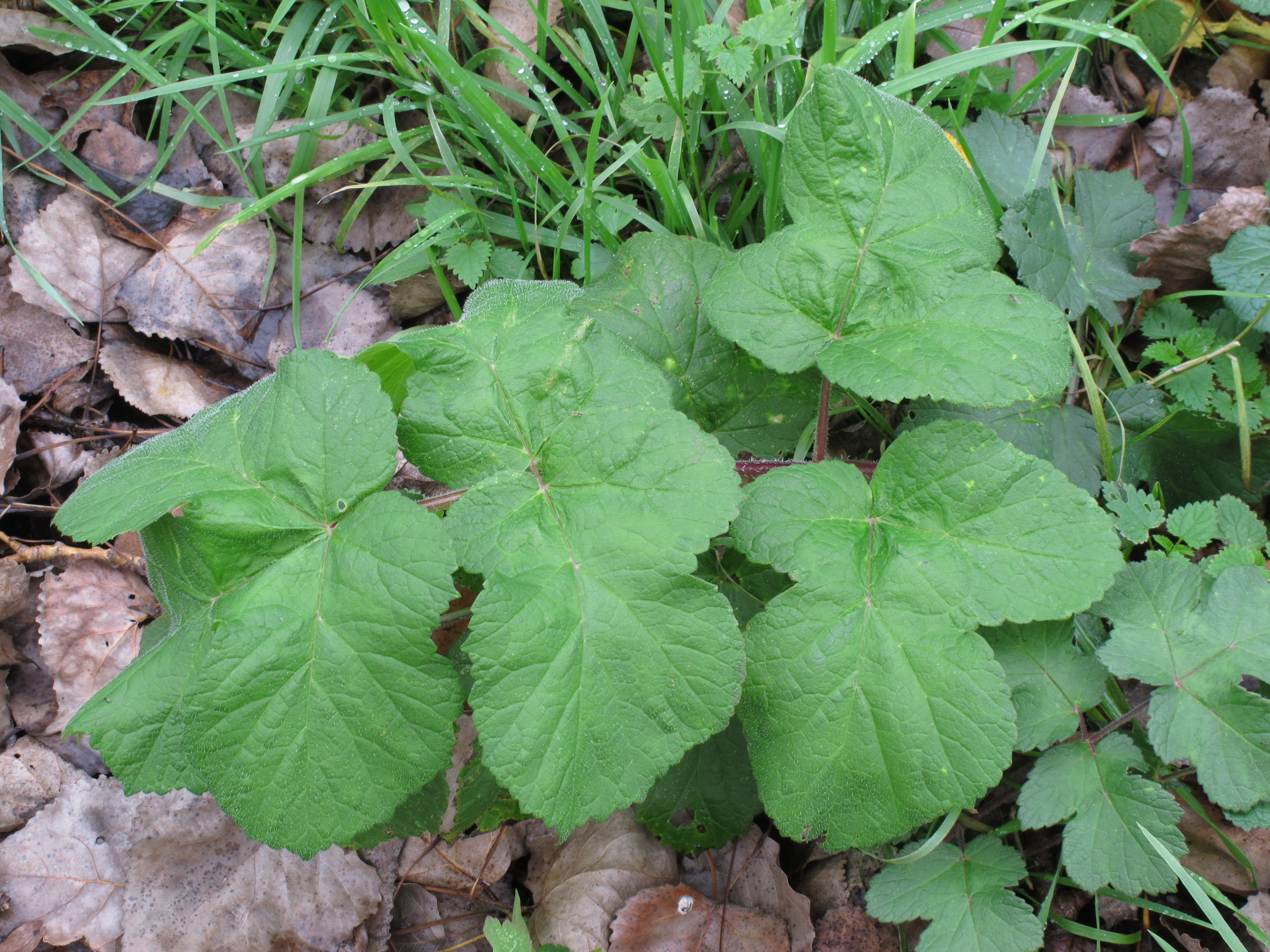
Wiesen-Bärenklau (junge Blätter und Sprossen sowie Wurzeln)
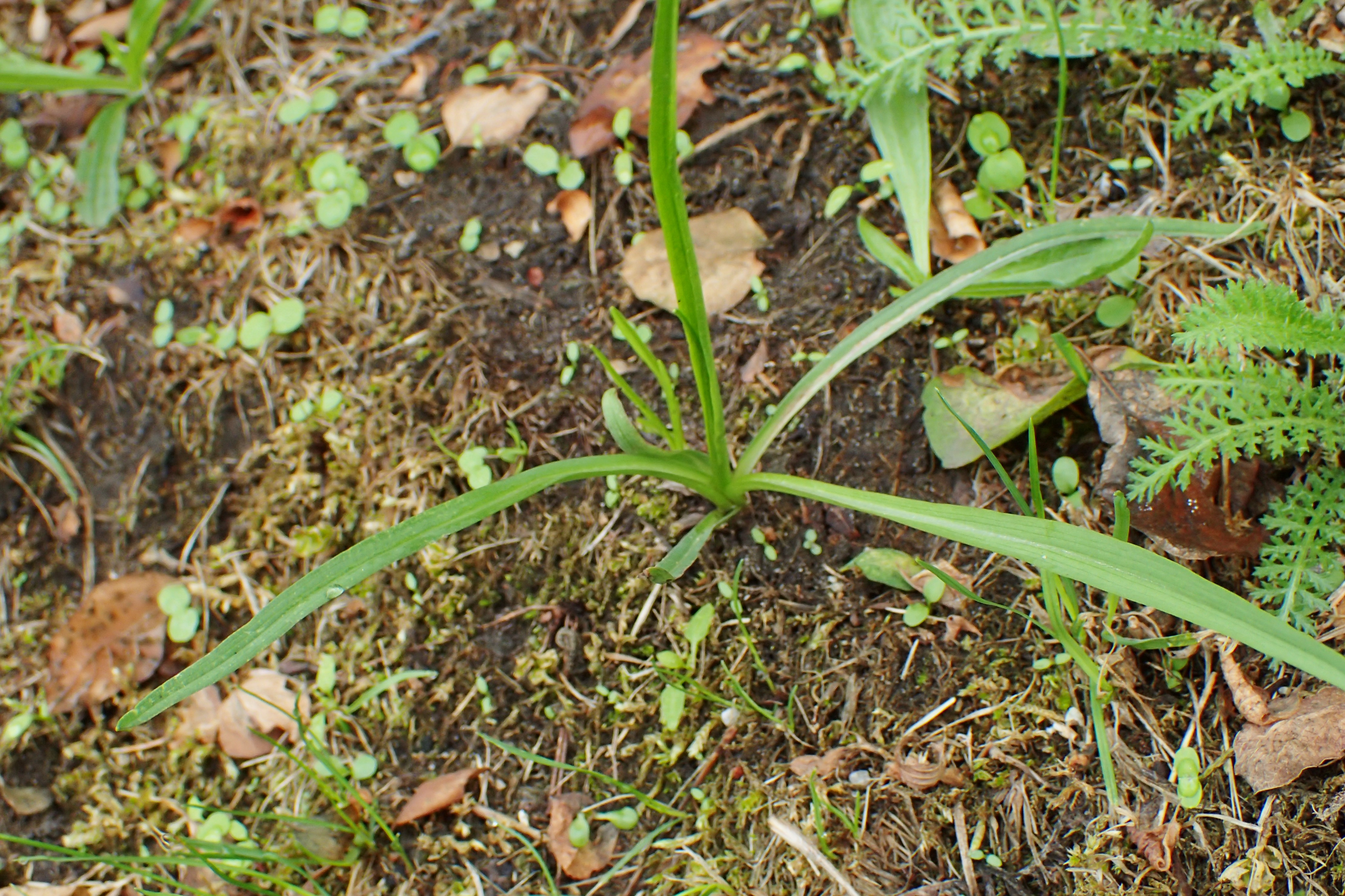
Wiesen-Bocksbart
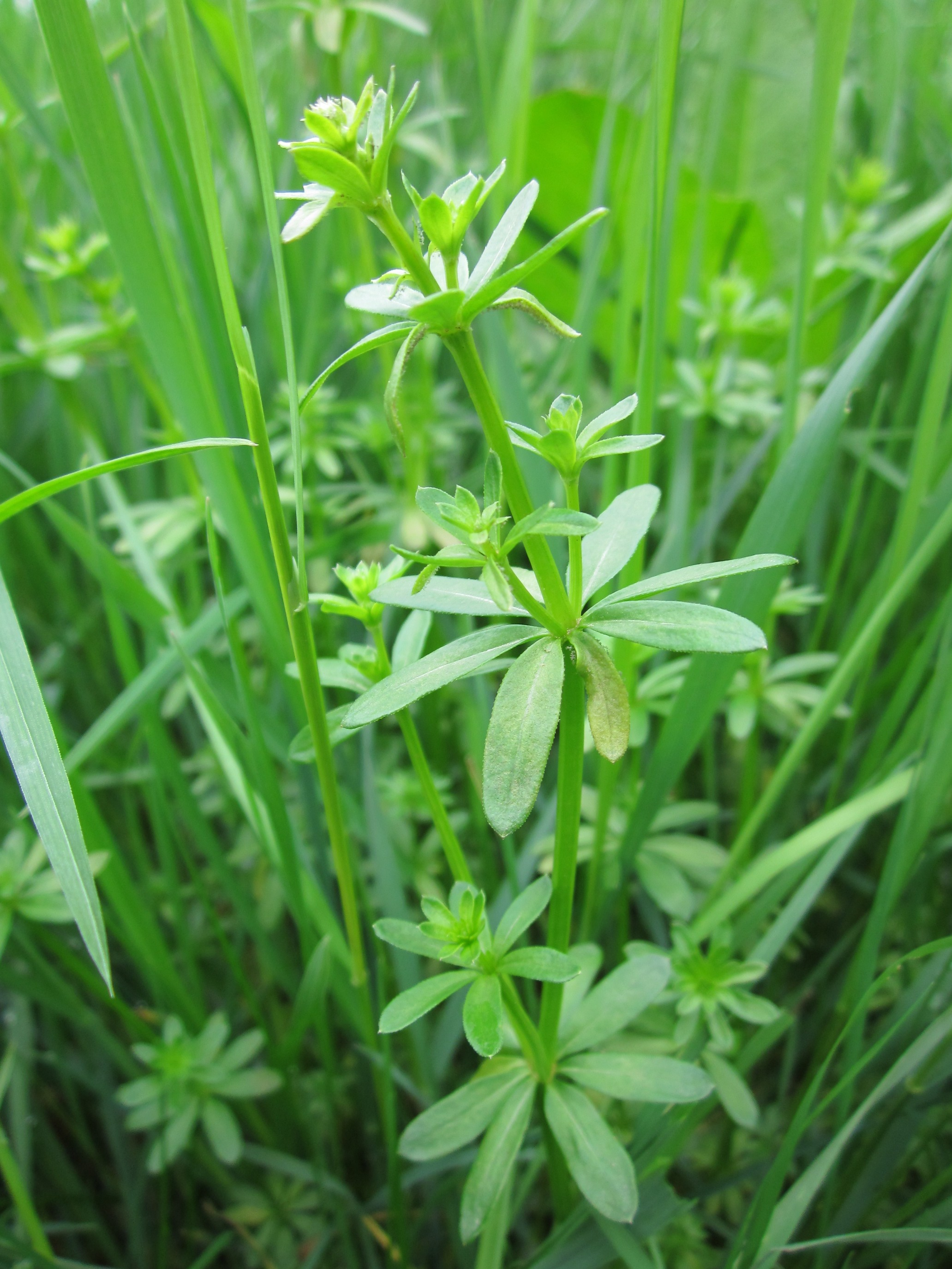
Wiesen-Labkraut (auch als Salat)
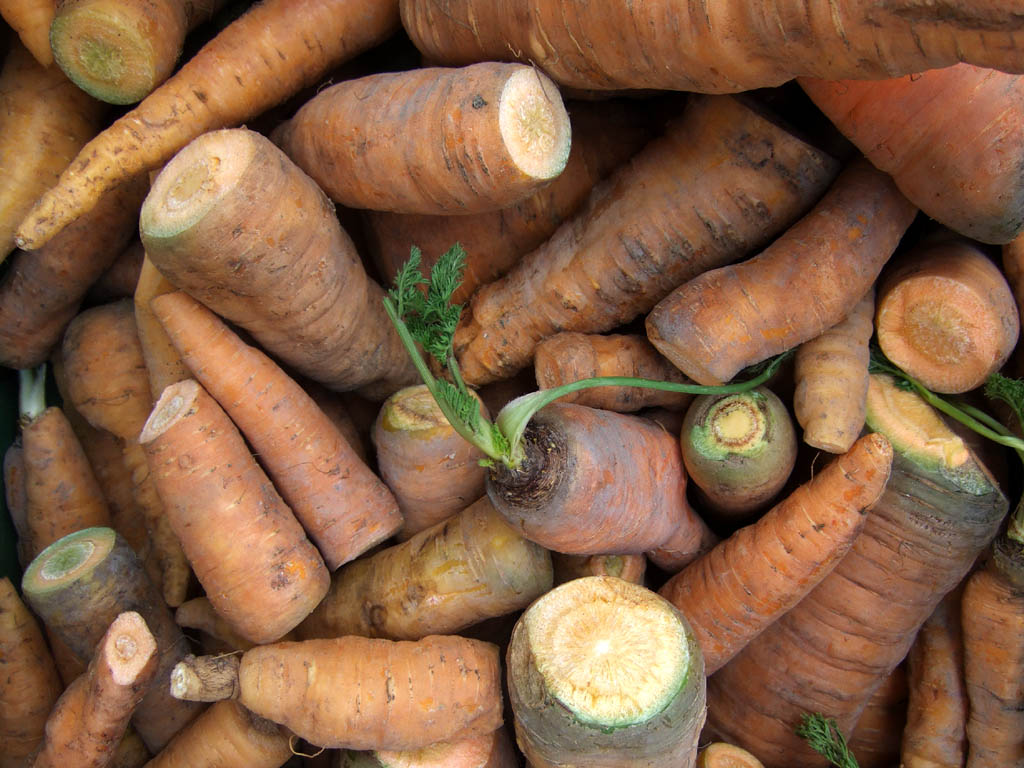
Wilde Möhre
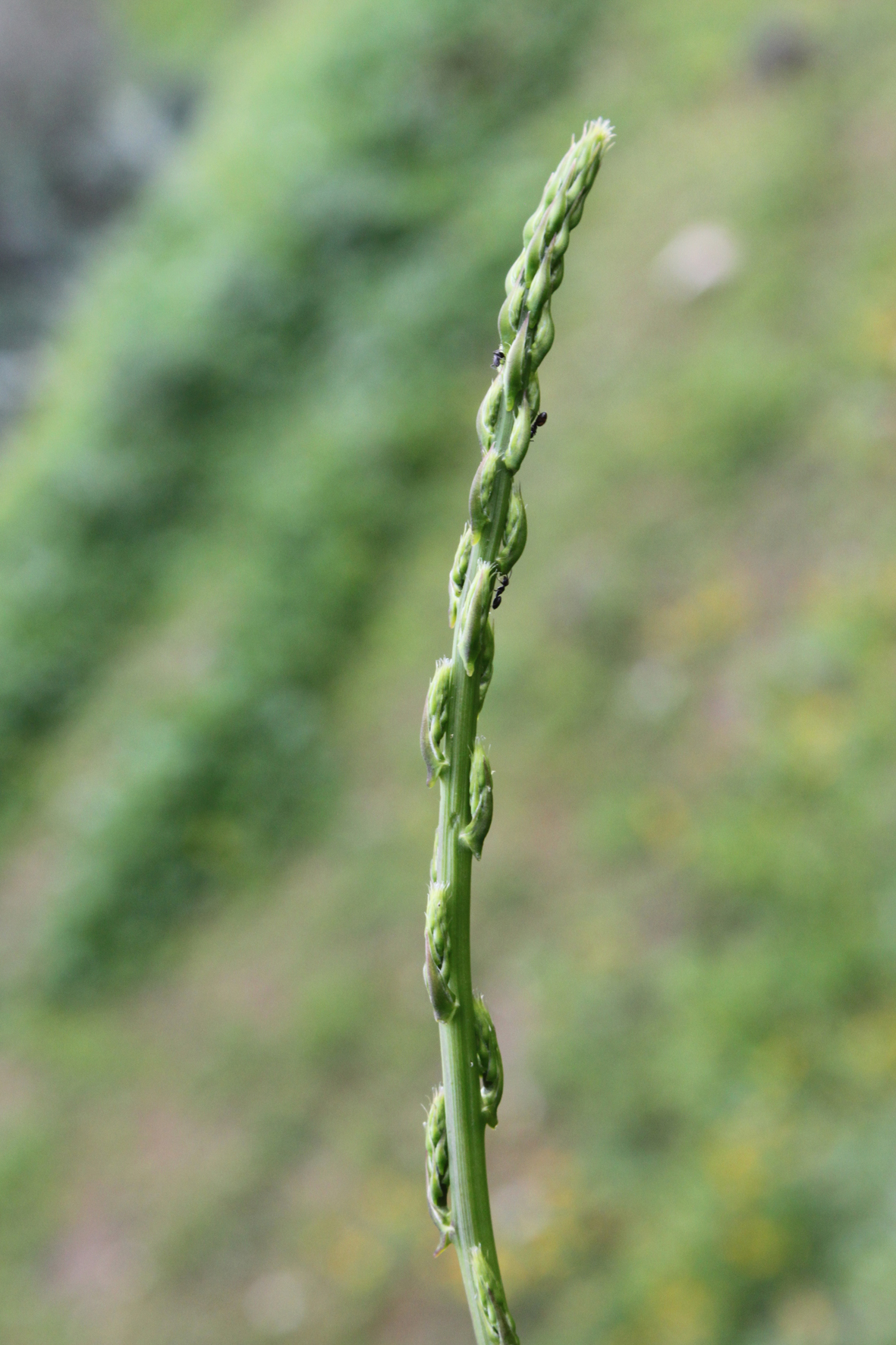
Wilder Spargel
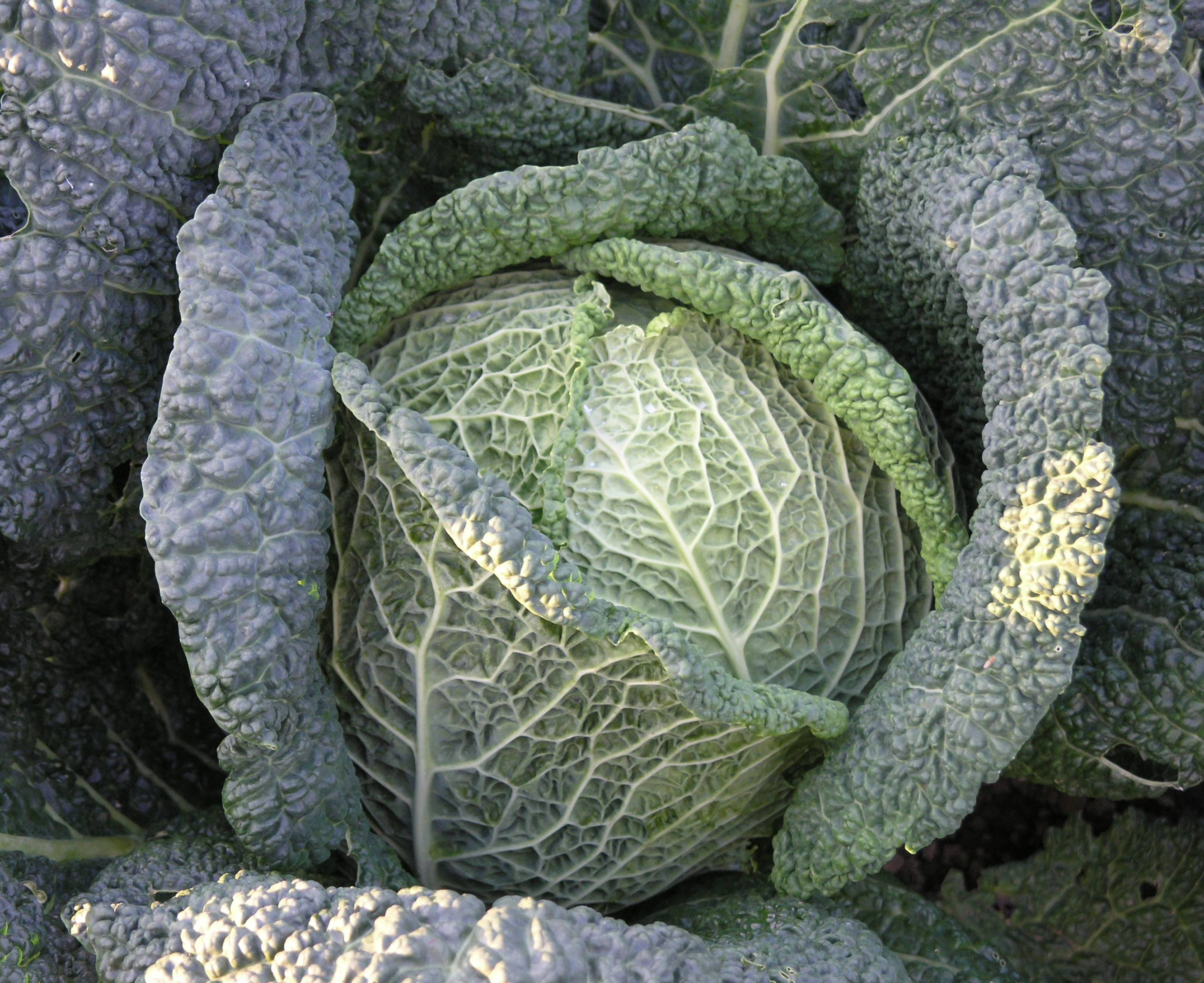
Wirsing (Kohl, Wirz)
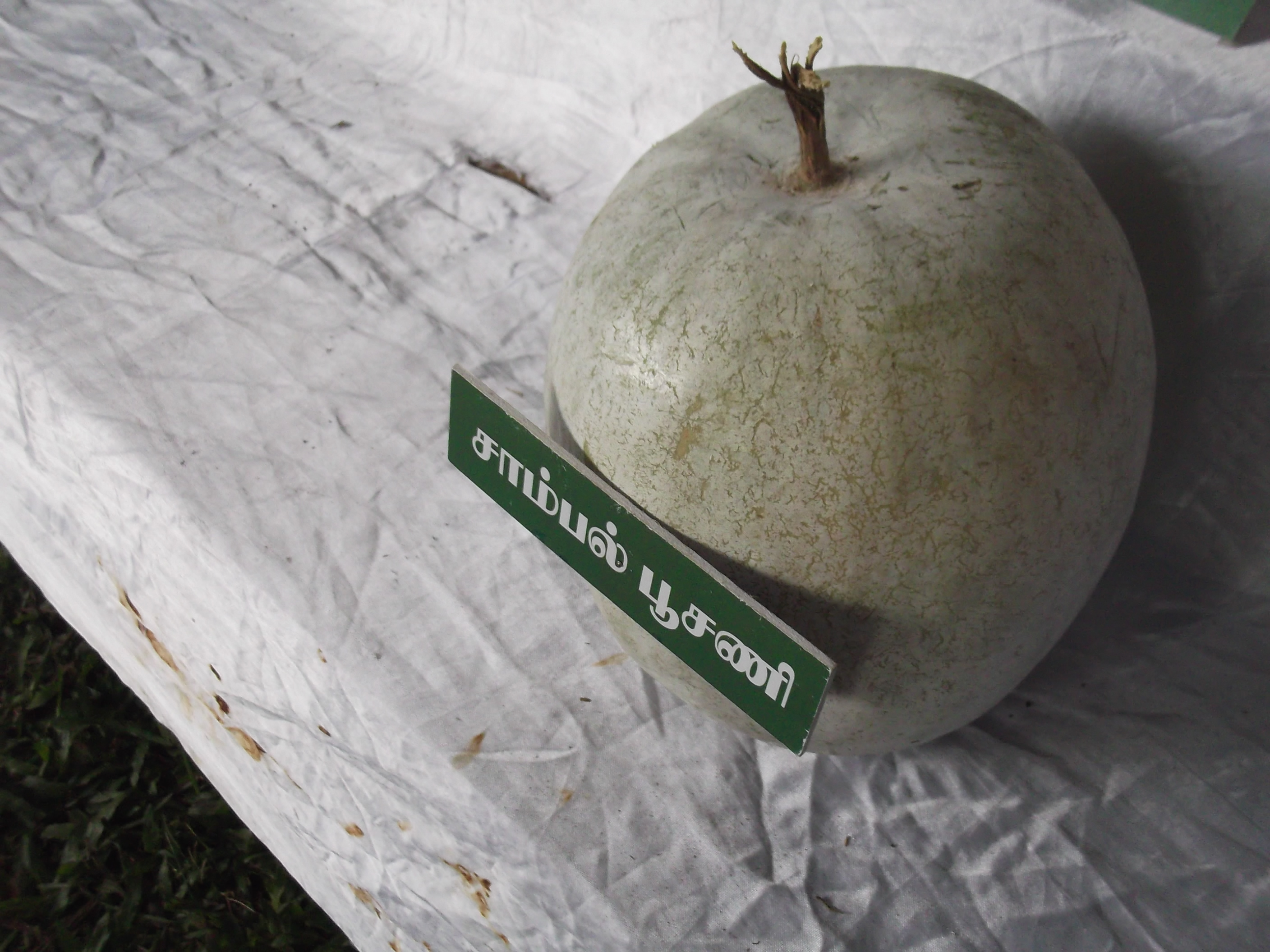
Wintermelone
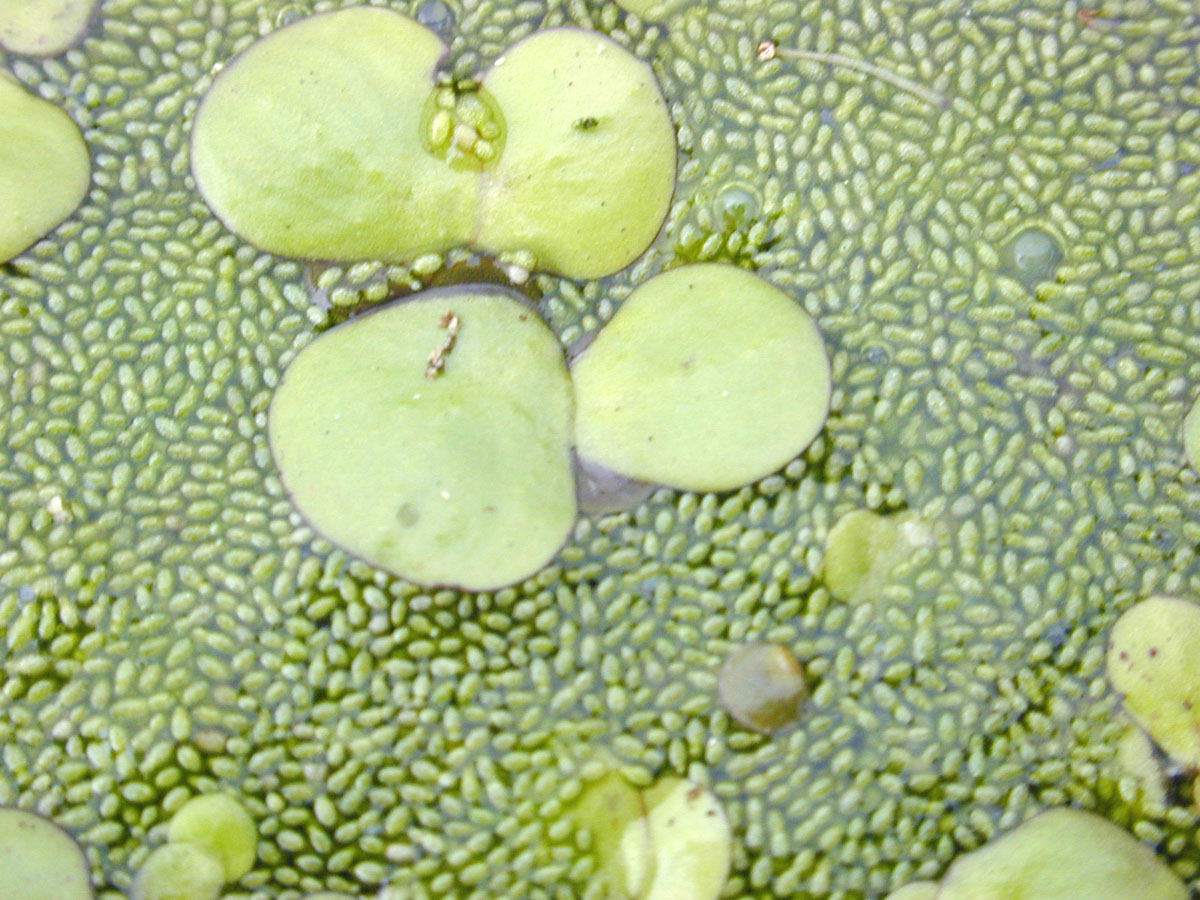
Wolffia globosa (Wasserlinsen)
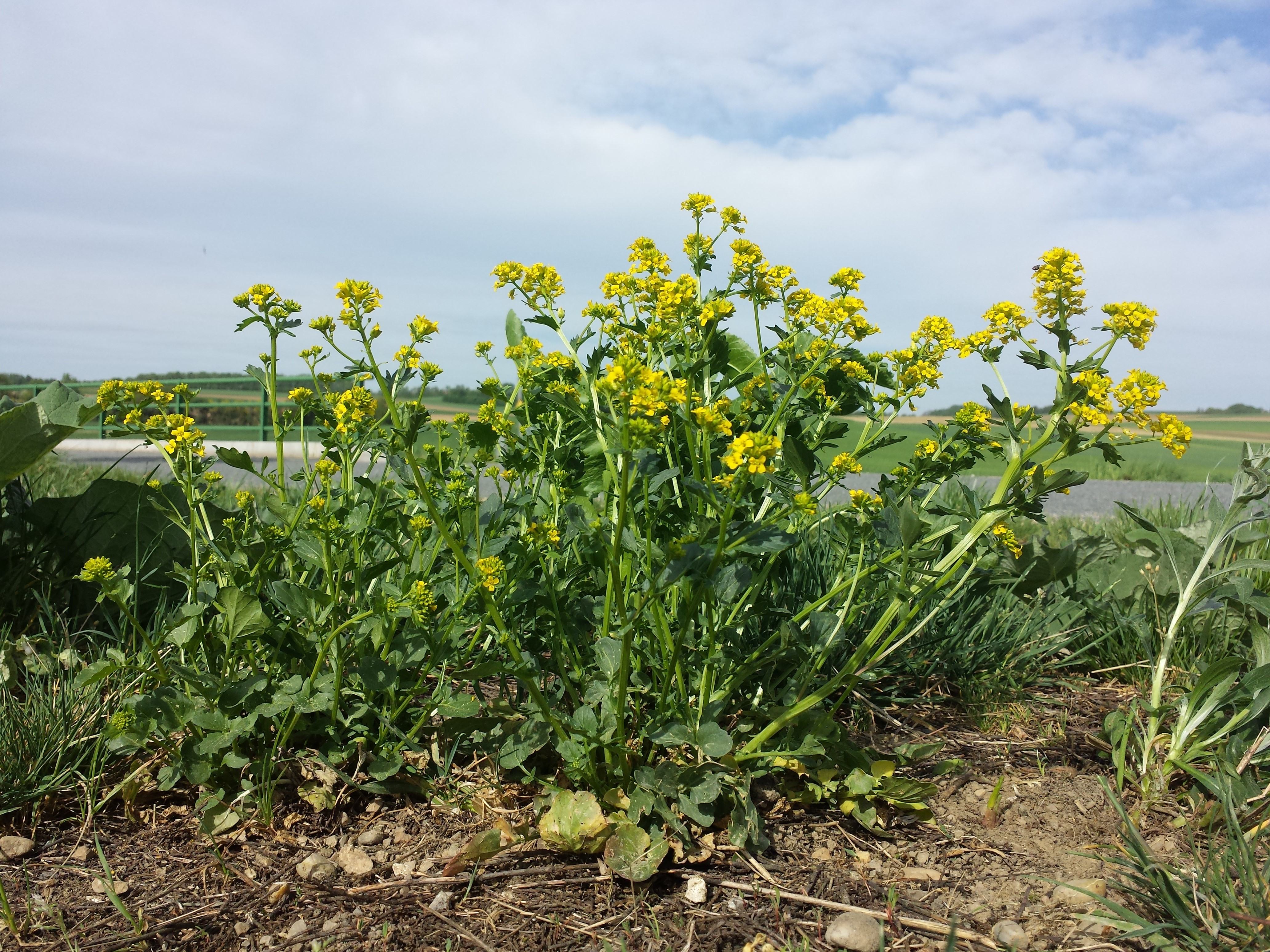
Winterkresse (Barbarakraut) (ähnlich ist Barbarea verna)
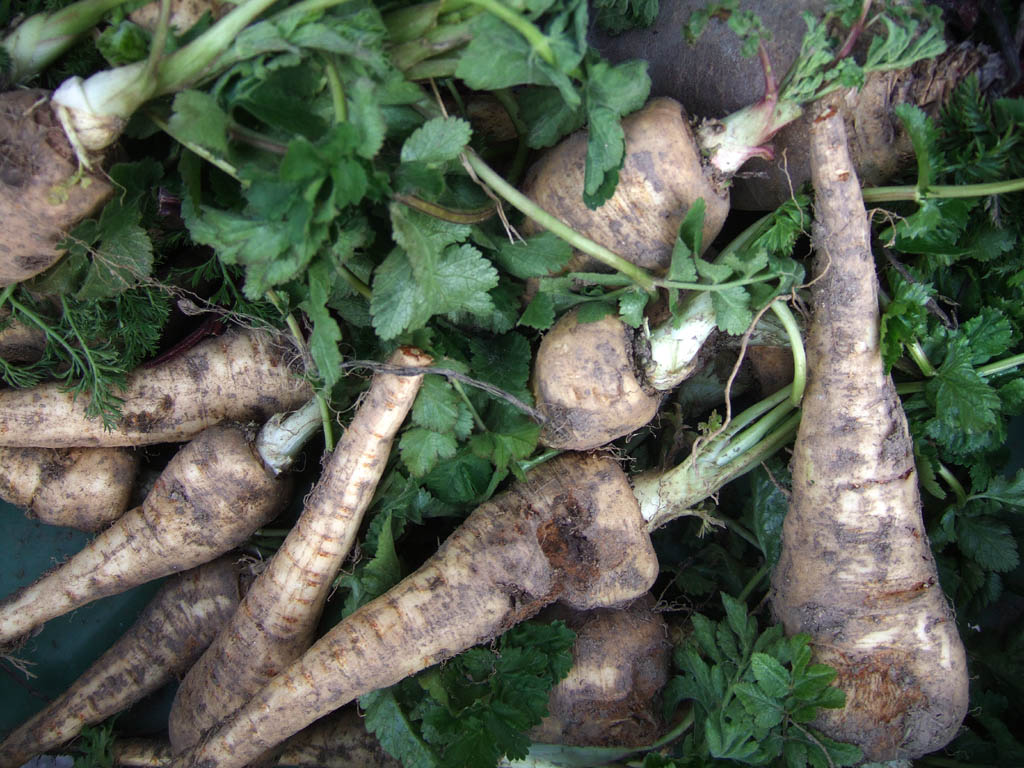
Wurzelpetersilie
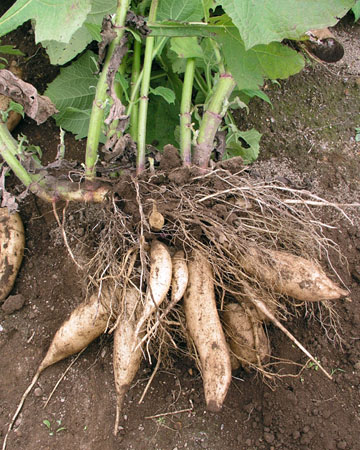
Yacon
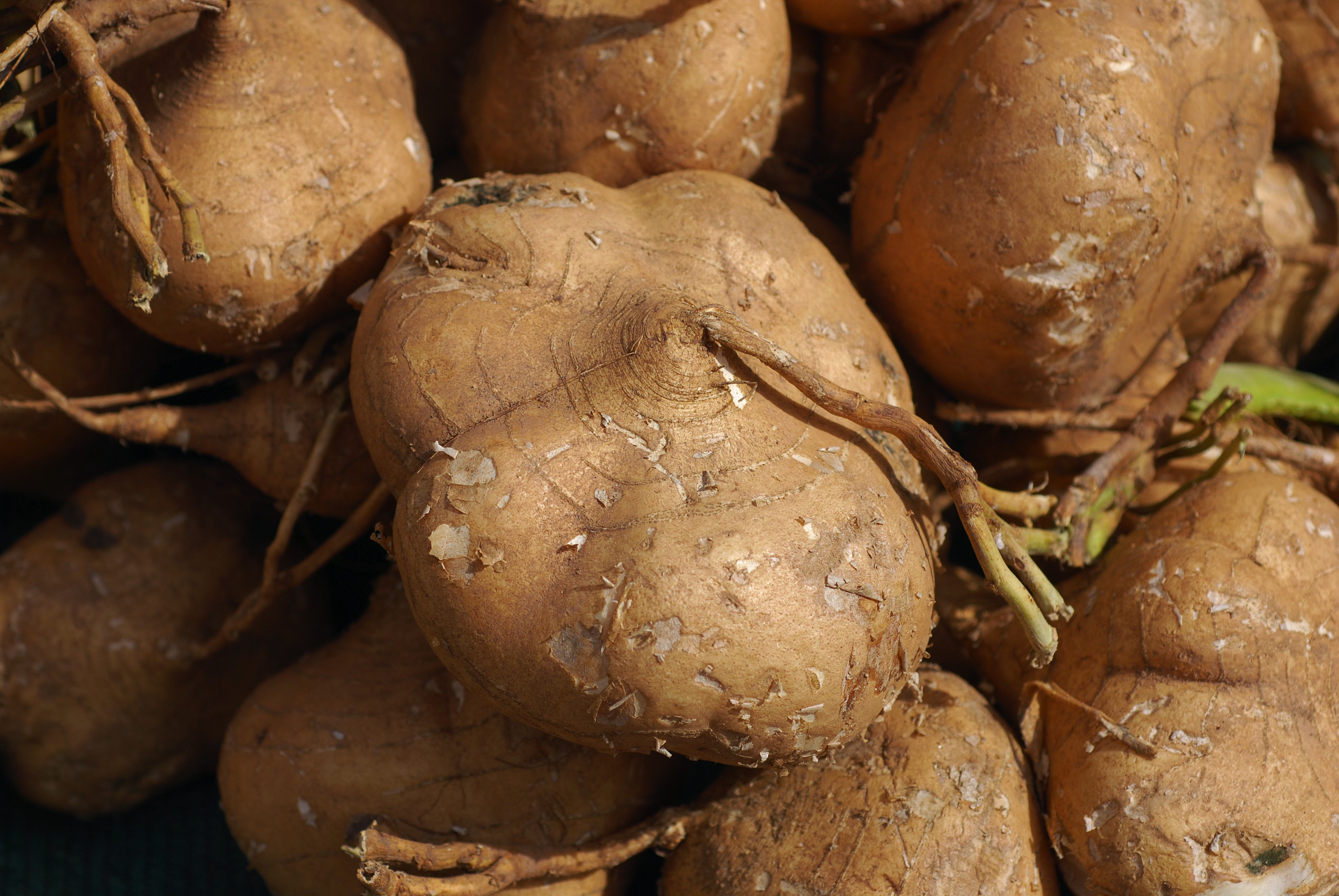
Yambohne (Benkuang, Jícama) (ähnlich ist die Knollenbohne)
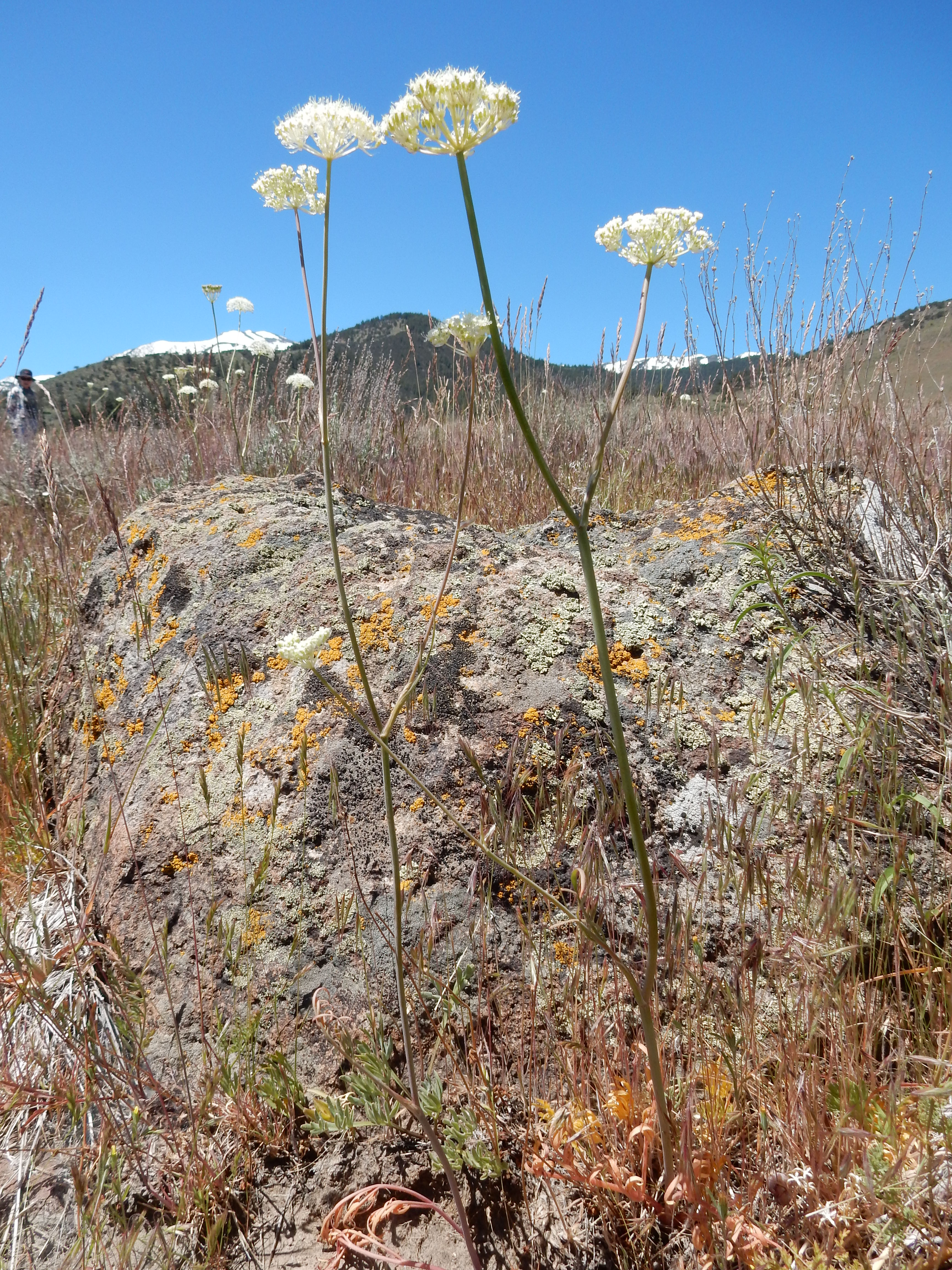
Yampa(h) (Perideridia gairdneri, Perideridia bolanderi u. a.) (die kleinen Knollen werden verwendet; nicht im Bild)
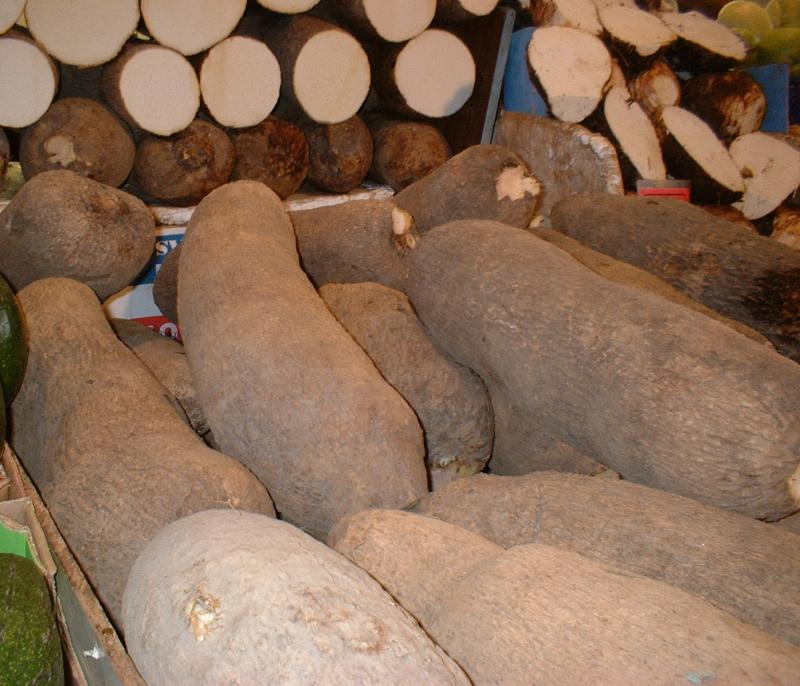
Yams (versch. Dioscorea-Arten, Dioscorea spicata, Dioscorea japonica Dioscorea polystachya, Dioscorea transversa)
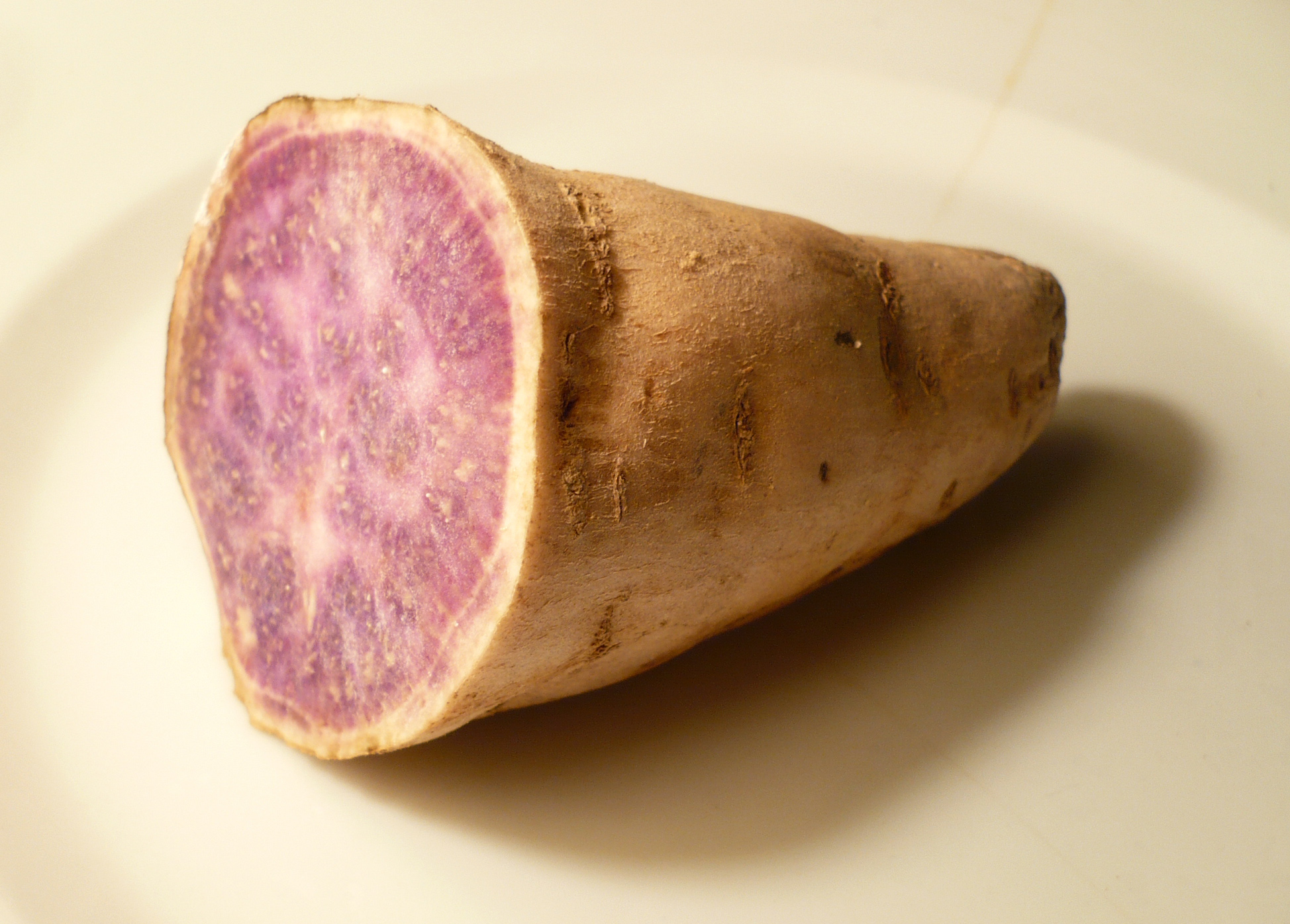
Purpur-Yams (Ube) (Dioscorea alata)
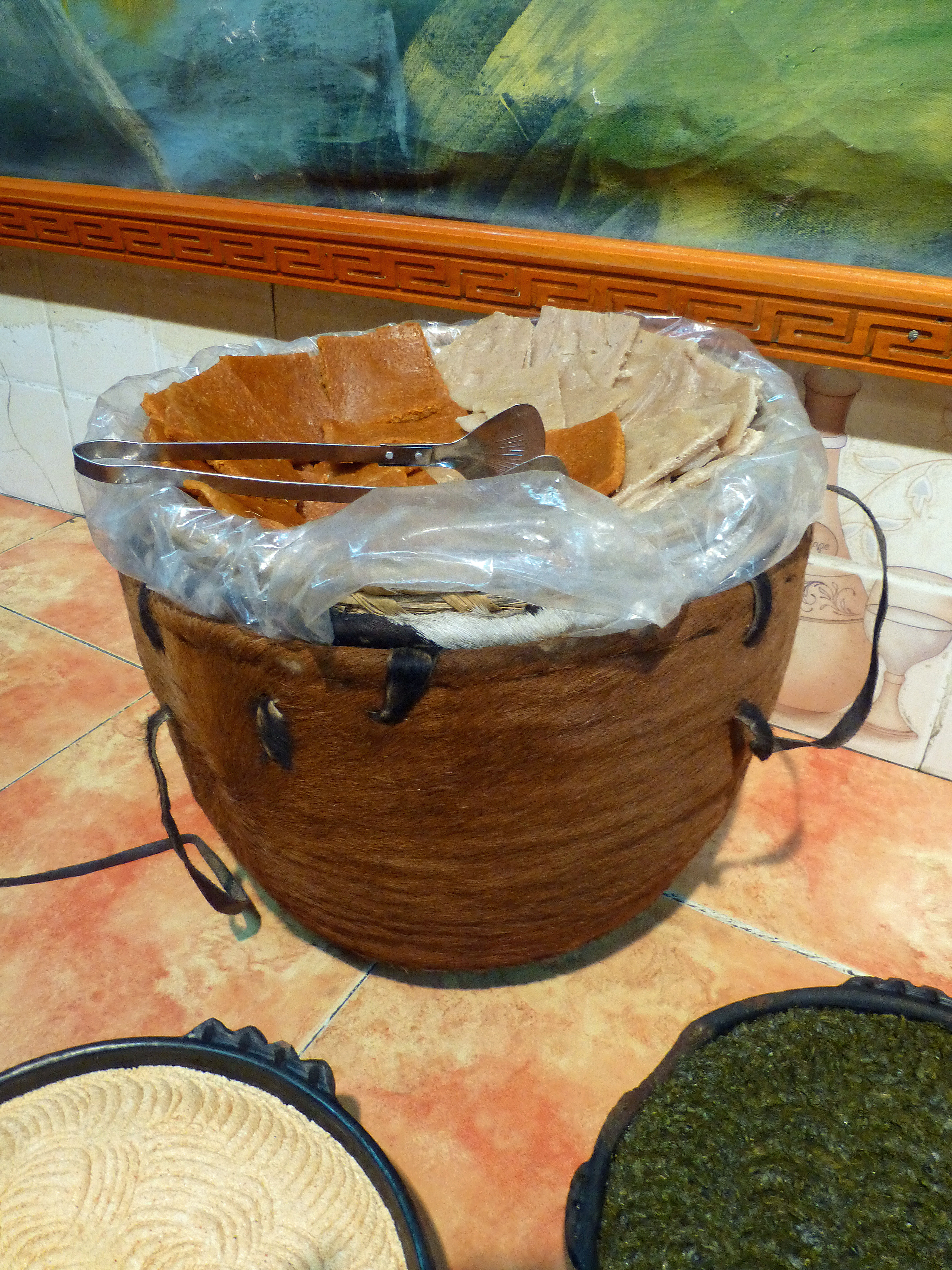
Zierbanane (Knollen gekocht oder Knollen und Blattscheiden fermentiert als „Brot“)
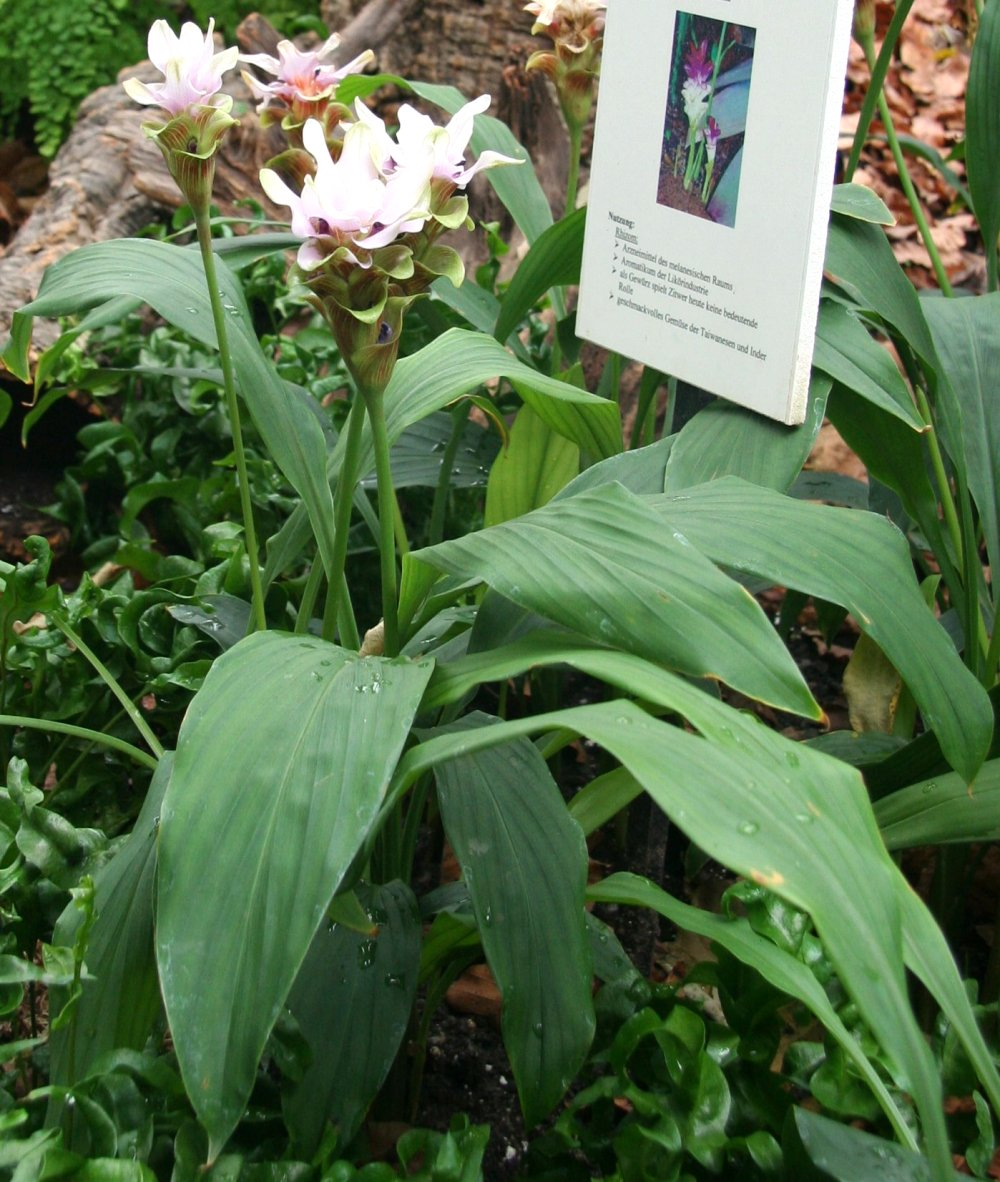
Zitwerwurzel (Zedoary, Weiße Curcuma) (Knollen, junge Sprosskerne als Gemüse und Blätter als Gewürz)
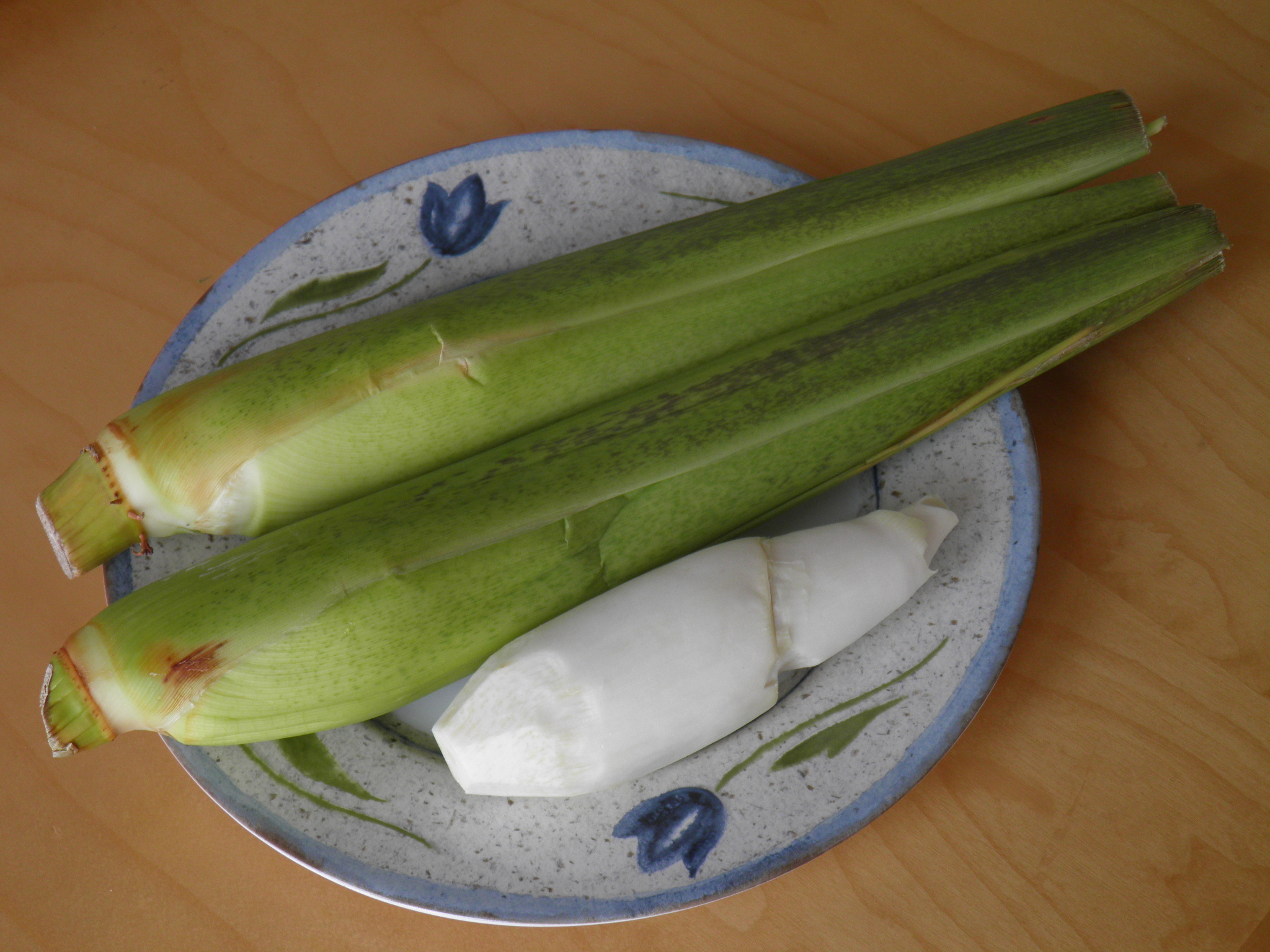
Zizania latifolia (geschwollene, mit dem Pilz Ustilago esculenta infizierte, untere Halme)
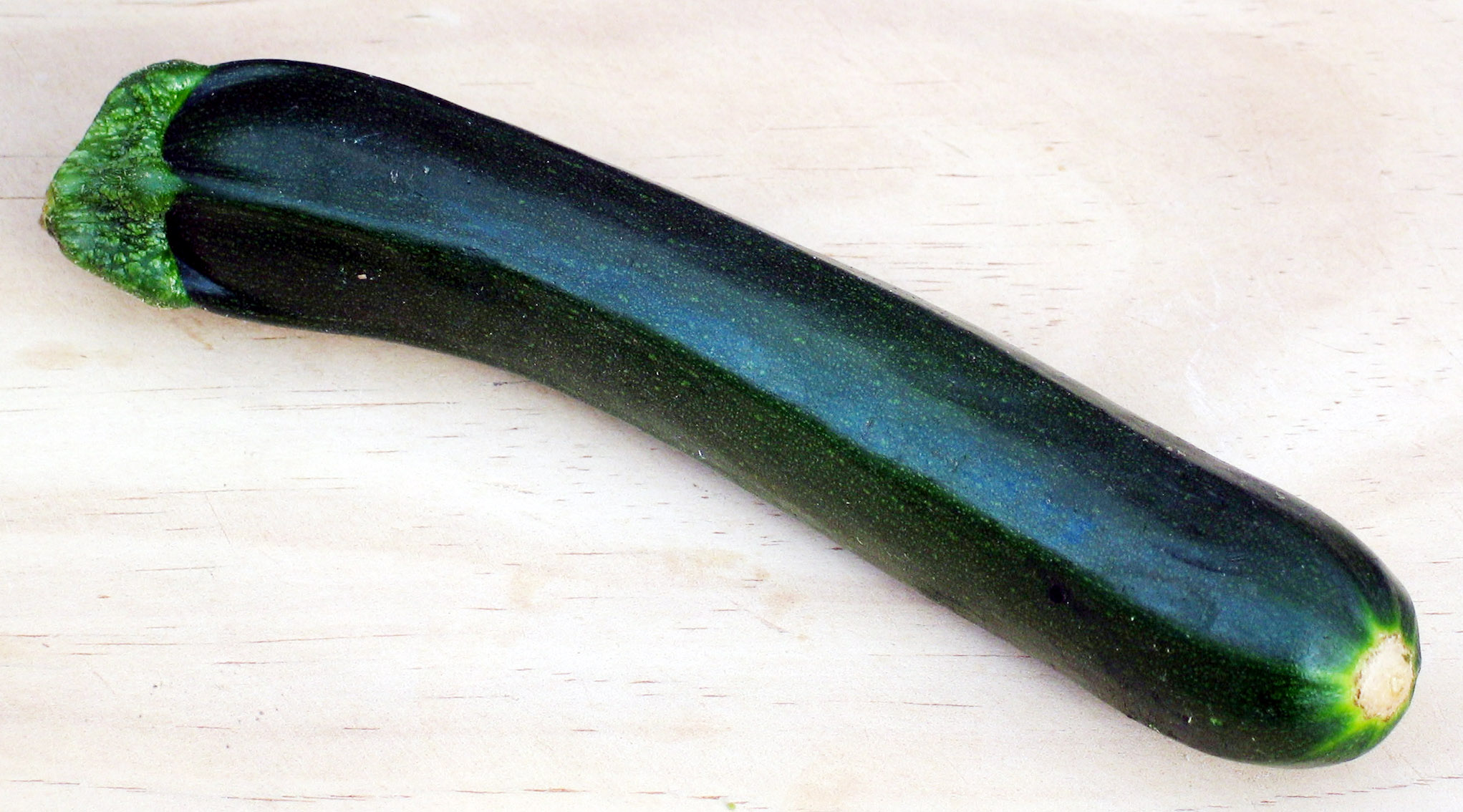
Zucchini
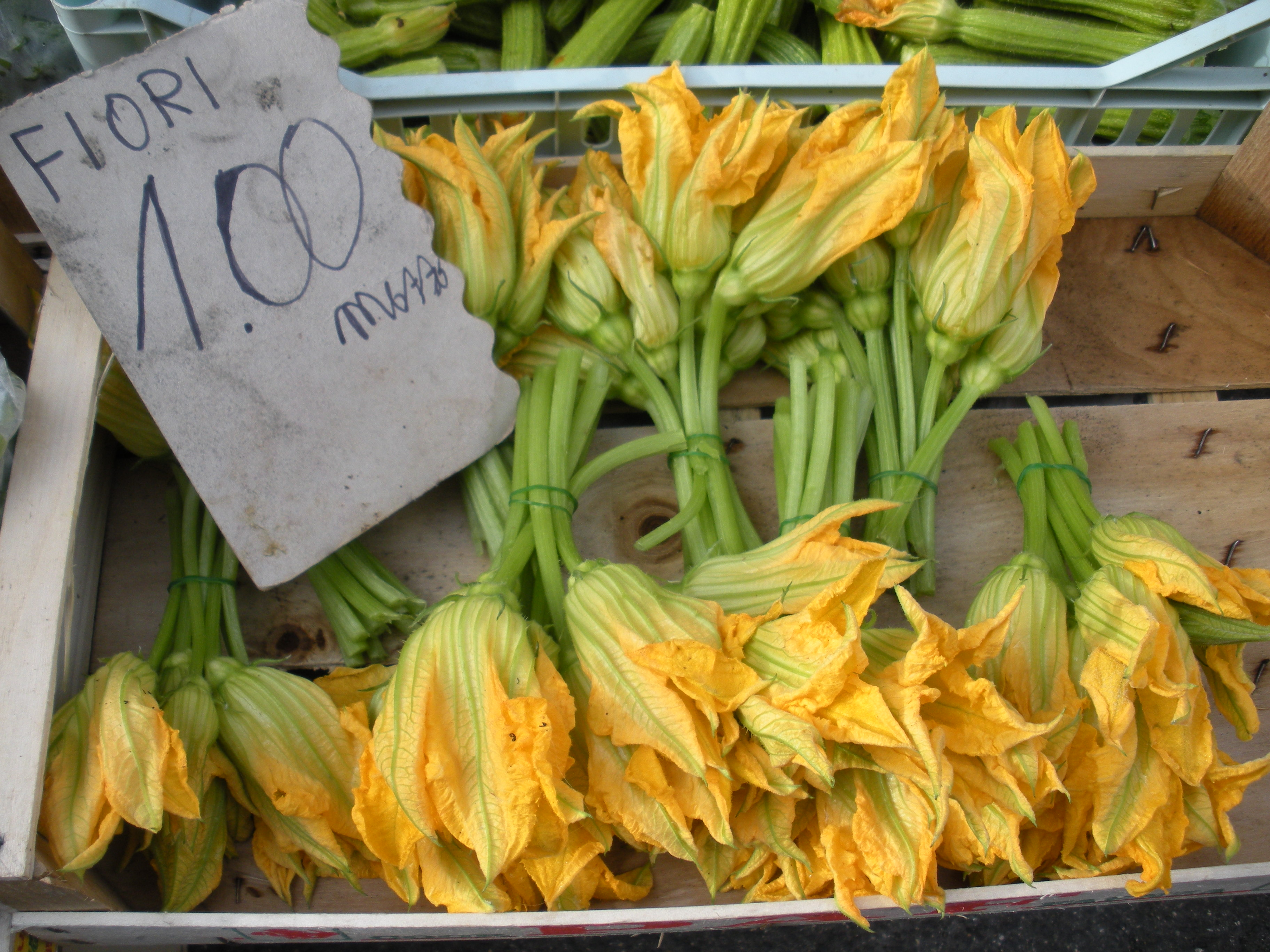
Zucchiniblüten
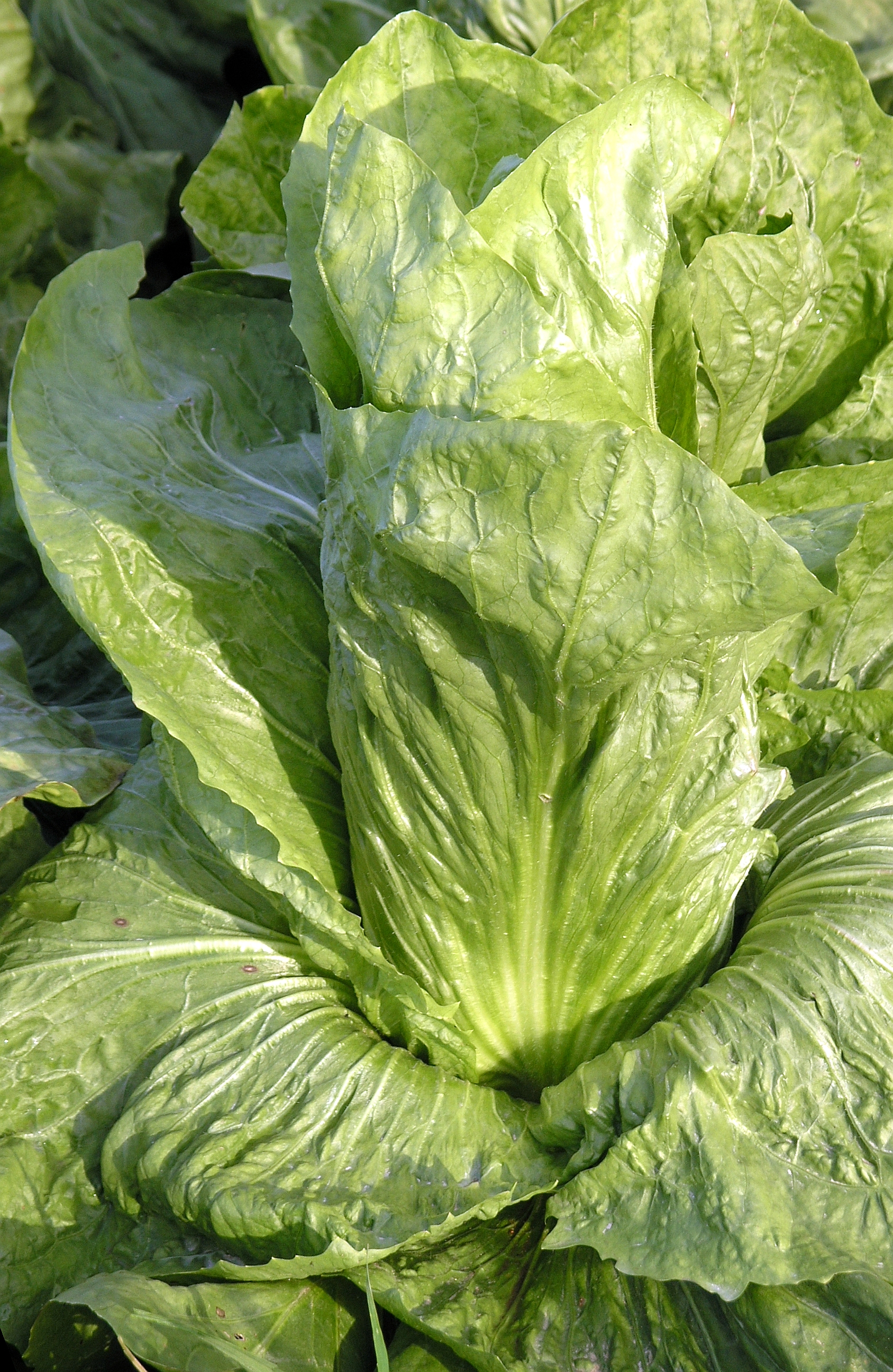
Zuckerhut (Fleischkraut)
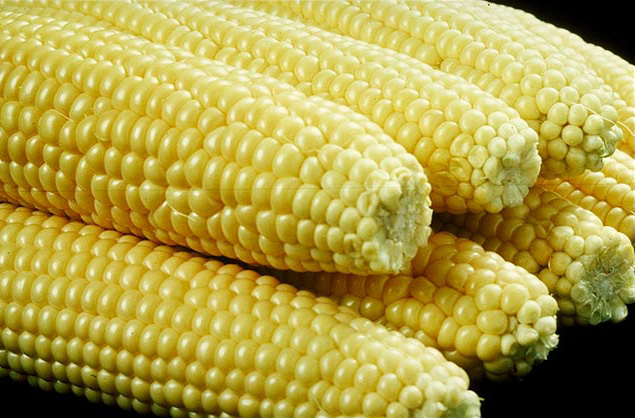
Zuckermais (Kukuruz)
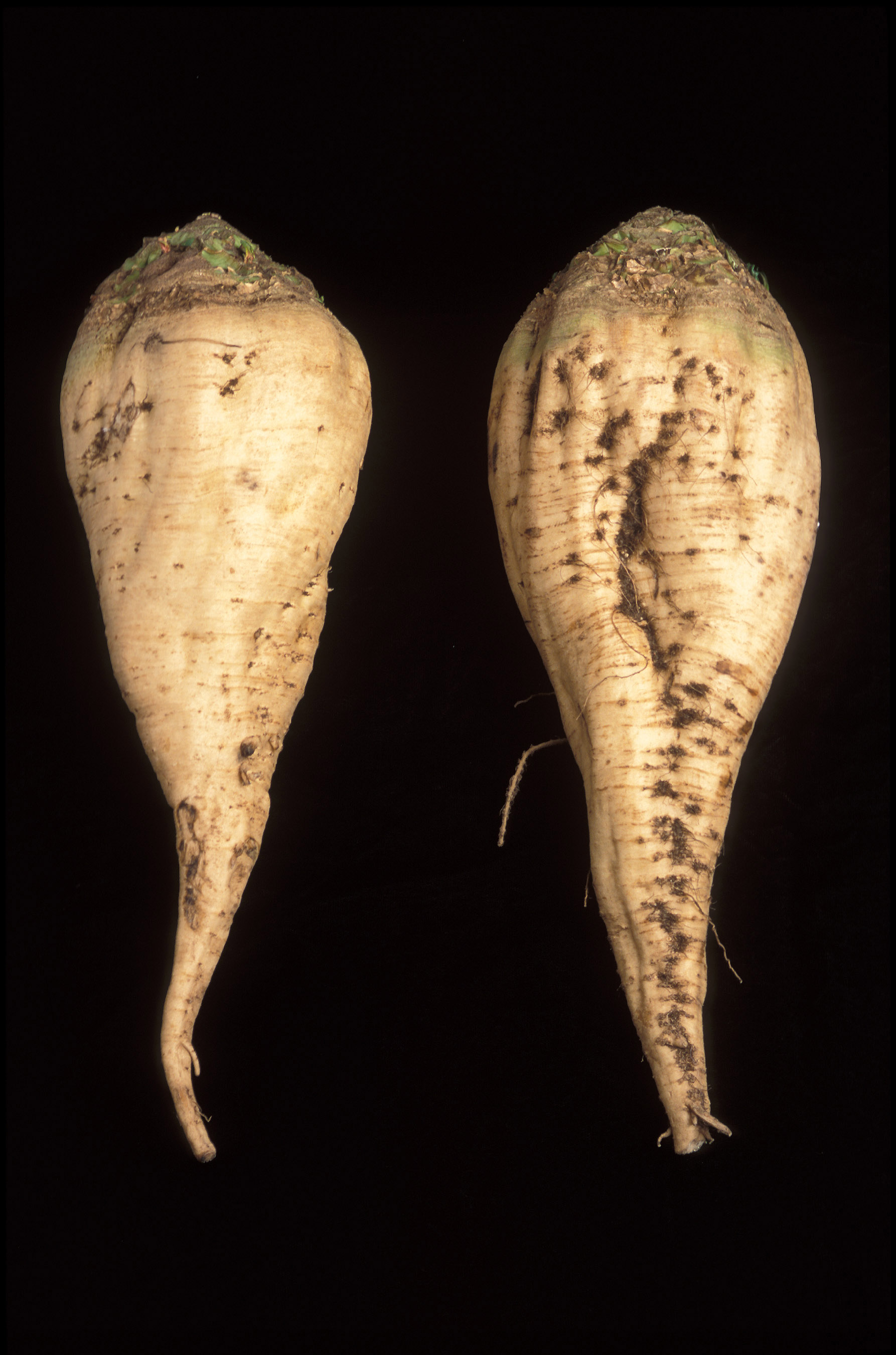
Zuckerrübe
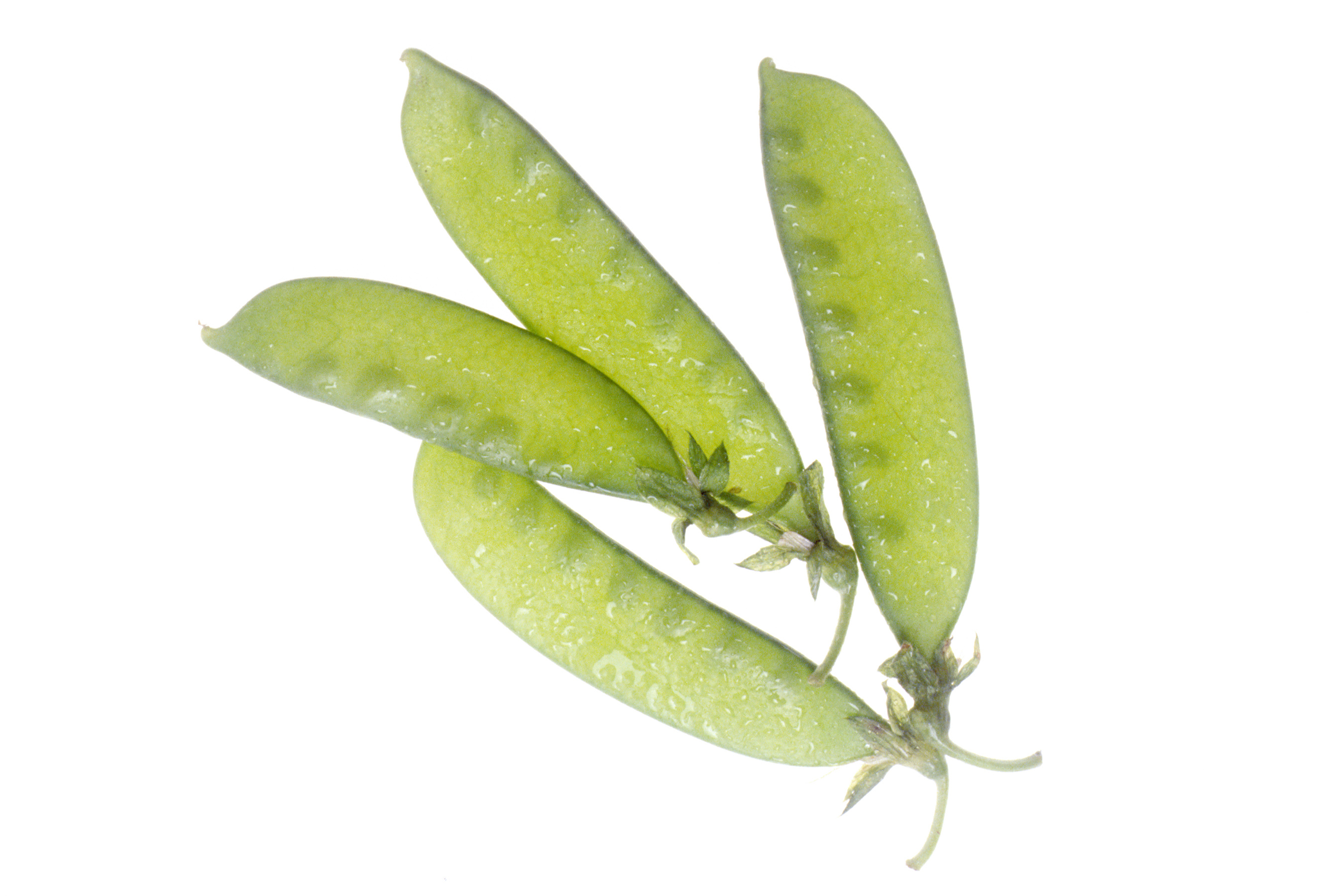
Zuckerschoten (Erbsen, Kefen)
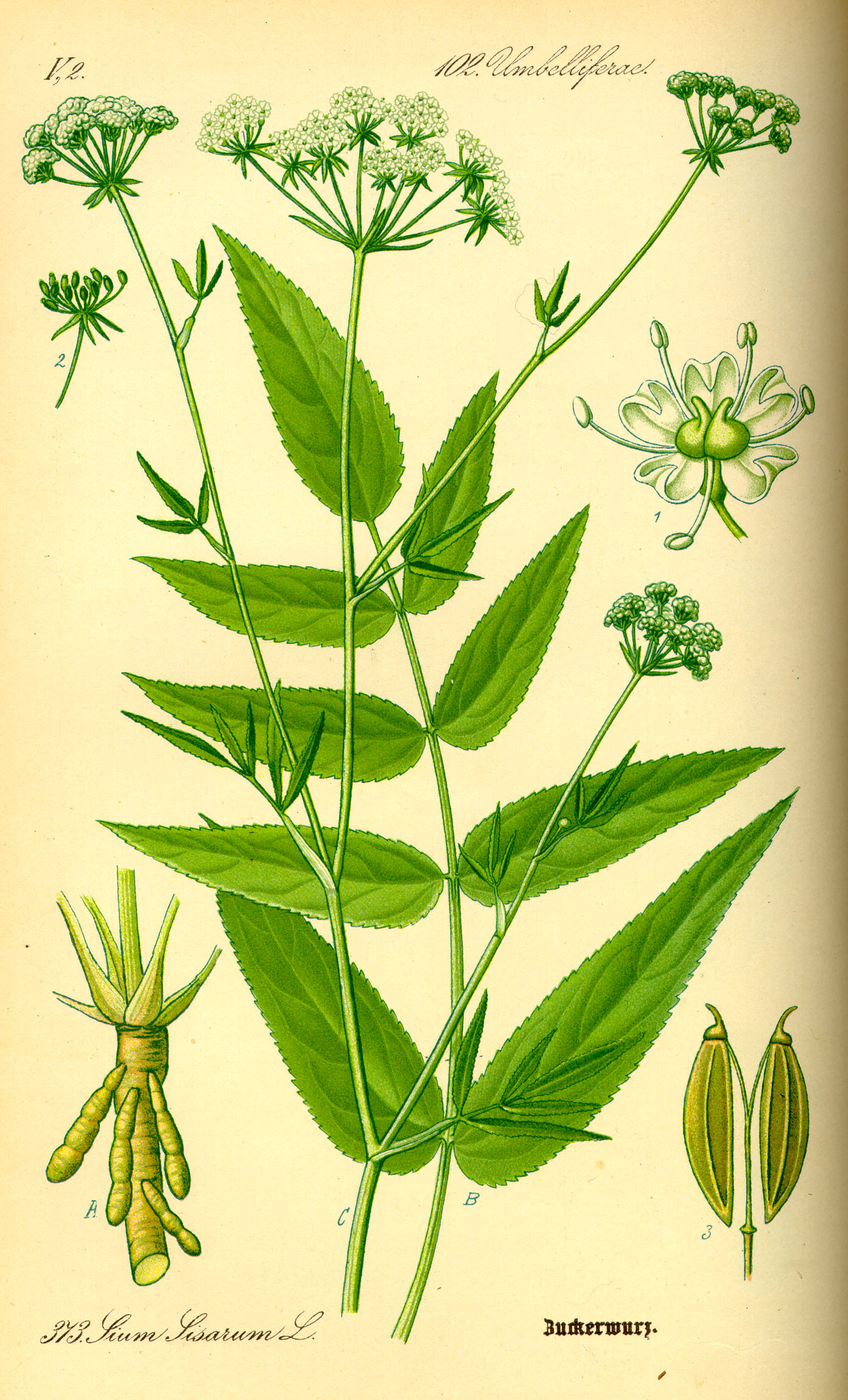
Zuckerwurzel (Süßwurzel)
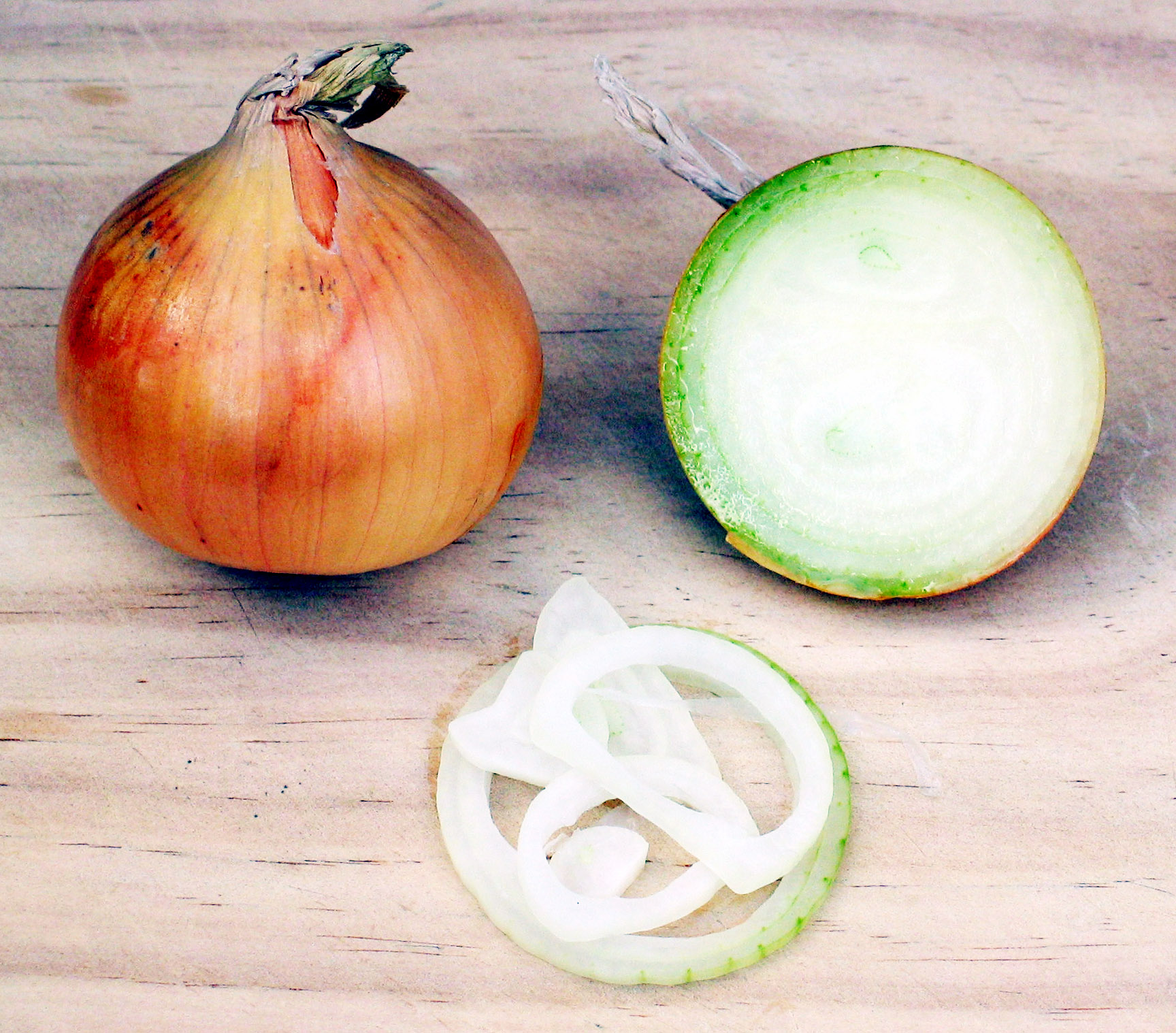
Zwiebel oder die Winter-, Lauchzwiebel (ähnlich ist die wilde Allium monanthum)

- Afrikanische Blattgemüse
 (Bitterblatt
 Gymnanthemum amygdalinum Syn.: Vernonia amygdalina),
 (Süßes Bitterblatt
 Baccharoides hymenolepis),
 (in Nigeria auch
 Pterocarpus soyauxii,
 Gongronema latifolium),
 Piper guineense,
 Atama (Heinsia crinita),
 Editan  (Lasianthera africana)
- Aganonerion polymorphum
 (La giang)
- Ahipa
- Ährige Teufelskralle
 (junge Blätter, Blütensprossen und Wurzeln)
- versch. Algen
- Allermannsharnisch
 (Stängel und Blätter sowie die Zwiebeln)
- Allium tricoccum
 (Ramps)
 (ähnlich ist Allium ochotense)
- Alocasia odora
 (Bac ha, Galadium)
 (ähnlich sind Tarostängel)
 (Stängel)
- Alpen-Milchlattich
 (junge Sprossen und Blätter)
- Alpen-Säuerling
 (Blätter)
- Ansehnliche Steppenkerze
 (junge Sprossen)
 (ähnliches Bild)
- Antigonon leptopus
 (Knollen, Blätter und Blüten)
- Antillengurke
 (Maxixe, Gherkin)
- Aonori
- Arakacha
- Aralia racemosa
 (die Wurzeln werden verwendet; nicht im Bild)
- Arame
- Arisaema triphyllum
- Aromatischer Sumpffreund
 (auch Limnophila verticillata,
 Limnophila indica
 Limnophila erecta)
 (ähnlich ist Limnophila rugosa,
 aber mit Anisaroma wie Lippia alba)
- Artemisia princeps,
 Artemisia selengensis
- Artischocke
 (siehe auch Kohldistel)
- Ashitaba
 (Angelica keiskei)
 (ähnlich sind Arznei-Engelwurz,
 Wald-Engelwurz)
- Aster scaber
 (Syn.: Doellingeria scabra)
 (ähnlich von Aster glehnii,
 Ligularia fischeri,
 Saussurea pulchella,
 Patrinia scabiosifolia,
 Synurus deltoides,
 Gewöhnliche Goldrute subsp. asiatica, gigantea u. a.)
 (Chin-, Chwi-namul)
 (junge Blätter, Sprosse)
- Äthiopischer Senf
- Aubergine
 (Melanzane)
- Ballonblume
 (Doraji)
 (Wurzeln und die oberen Blätter; diese auch als Gewürz)
- Bananenblüte
- Bananenherz
 (ohne Hochblätter, die einzelnen Blüten werden zuerst „geputzt“)
- Baobab
 (rechts unten Blätter- und oben Fruchtpulver, links jeweils gewässert)
- Bärlauch
- Bauhinia purpurea
 (junge Blätter, Früchte und Blütenknospen, Blüten)
- Baumspinat
 (Chaya)
 (Cnidoscolus aconitifolius)
 (ähnlich ist
 Chenopodium giganteum)
- Berlandiers Gänsefuß
 (Huauzontle)
 (ähnlich ist Roter Gänsefuß)
- Bittermelone
- Blattmohn
- Blaue Kartoffeln
 (mit „blauem Fleisch“)
 (Vitelotte, Blaue Anneliese,
 Blauer Schwede, Salad Blue)
 (röter sind Rote Burgunder,
 Rote Emmalie,
 Kefermarkter Zuchtstamm
 Highland Burgundy Red, Heiderot)
- Blumenkohl
 (Karfiol)
- versch. Bomarea-Arten
 (die Knollen werden verwendet; nicht im Bild)
- Borretsch
- Brasenia schreberi
 (junge eingefaltete Blätter und Wurzeln)
- Brauner Senf
 (Stängel, Blätter, Samen und Blüten; auch als Gewürz)
- Breitblättrige Glockenblume
 (junge Sprossen, Blätter und Wurzeln sowie Blüten)
- Breitblättriger Rohrkolben
 (ähnlich sind
 Schmalblättriger Rohrkolben,
 Laxmanns Rohrkolben,
 Typha domingensis,
 Typha orientalis u. a.)
 (Wurzel, junge Sprossen, Blütenstände, untere Stängel und Pollen sowie Samen)
- Brennnesseln
- Broccoli
 (Brokkoli)
 (auch als Sprouting Broccoli, Spargelkohl)
- Broccolimelde
 (Huauzontle)
(Blätter und Blütenstände)
- Brotpalmfarne
 (Kaffir Brot; aus dem Stammkern)
- Brunnenkresse
- Bunium spp.
 (Gewöhnlicher Knollenkümmel, Bunium alpinum,
 Bunium balearicum,
 Bunium macuca,
 Bunium pachypodum)
 (rohe oder gekochte Wurzeln)
- Buschkartoffel
 (die Knollen werden verwendet; nicht im Bild)
- Cardy
 (Karde, Kardone)
- Cassabanana
- Celtuce
 (Spargelsalat)
 (Lactuca sativa var. angustana,
 Lactuca sativa var. longifolia)
- Centaurea hyalolepis
 (auch Stern-Flockenblume,
 Centaurea iberica,
 Notobasis syriaca)
 (Blätter meist nur gekocht)
- Champereia manillana
 (junge  Früchte und Blätter)
- Chayote
 (auch die Wurzeln)
 (ähnlich ist Sechium tacaco)
- Chengiopanax sciadophylloides
 (junge Blätter, Blattsprossen)
- Chinakohl
 (Jägersalat)
 (auch als Mini)
- Choi Sum
 (Chinesischer Blütenkohl)
 (Brassica rapa var. parachinensis)
- ungeöffnete Chollaknospen
- Claytonia virginica
 (die kleinen Knollen werden verwendet)
- Cleome gynandra
 (Blätter)
- Clethra barbinervis
 (Blätter)
- Codonopsis lanceolata
  (Deodeok)
 (Wurzeln und junge Pflanzen)
- Cosmos caudatus
 (mögl. auch Cosmos sulphureus)
 (junge Blätter und Blütenknospen)
- Crepidiastrum sonchifolium
- Crepis spp.
 (Crepis dioscoridis, Crepis rubra, Crepis sancta)
- Commelina tuberosa
 (die länglichen Wurzeln werden verwendet; nicht im Bild)
- Crassocephalum crepidioides
- Cratoxylum formosum
 (junge Sprossen meist roh)
- Cyathea lepifera
 (die großen Sprossspitzen;
 wie Farnspitzen nur viel größer)
- Cyrtosperma merkusii
 (die Knollen werden verwendet; nicht im Bild)
- Dahlienwurzeln
 (Garten-Dahlie, Großfiedrige Dahlie, Scharlach-Dahlie)
- Dioscorea bulbifera
 (Luftkartoffel, Luftyams)
- Doldiges Habichtskraut
 (Jobap-namul)
 (junge Blätter)
- Duftsiegel
 (junge Sprosse und Wurzeln)
- Dystaenia takeshimana
 (Koreanische Sellerie)
- Echter Meerkohl
 (ähnlich sind Crambe orientalis,
 Crambe cordifolia,
 Crambe kotschyana,
 Crambe tatarica)
 (junge Blätter, Sprossen sowie Wurzeln und Blütenknospen)
- Edamame
- Eibisch
 (Wurzeln und Blätter)
- Elatostema umbellatum,
 Elatostema involucratum
 (junge Stängel)
- Elefantenyam
- Essbare Prärielilie
 (Camas)
 (die Knollen werden verwendet; nicht im Bild)
- Erbse
- Erbsen-Wicke
 (auch Zaun-Wicke)
- Erdbeerspinat
- Erdbirne
 (Apios, Hopniss)
- Farne
 (Pteridium aquilinum,
 Diplazium esculentum,
 Lygodium spp.)
 (von Pteridium esculentum die Wurzeln)
- junge Farnspitzen
 (Fiddlehead)
 (z. B. Straußenfarn, Königsfarn, Perlfarn, Wald-Frauenfarn sowie
 Stenochlaena palustris,
 Pteridium aquilinum,
 Osmunda japonica, 
 Matteuccia struthiopteris)
- Feigenblatt-Kürbis
- Fenchel
 (auch das Kraut kann verwendet werden)
- Flaschenkürbis
- Flügeltang
- Franzosenkraut
- Französische Erdkastanie
- Gemeine Wegwarte
 (junge Blätter und Wurzeln)
 (Blätter auch als Salat; siehe auch Chicorée)
- Gewöhnliche Waldrebe
 (junge Sprossen)
 (nur gekocht)
- Funori
 (Gloiopeltis tenax,
 Gloiopeltis furcata)
 (auch als Klebemittel wie Agar)
- Gartenmelde
- Gelber Zistrosenwürger
 (junge Pflänzchen)
- Gelbrote Taglilie
 (Blüten, Blütenknospen, sehr junge Blätter und Wurzeln)
- Gemeine Sichelmöhre
 (junge Blätter)
- Amarantgemüse
 (Garten-Fuchsschwanz,
 Dreifarbiger Fuchsschwanz, Aufsteigender Fuchsschwanz)
- Gewöhnliches Hirtentäschel
 (Naengi)
- Gewöhnliches Pfeilkraut
 (auch andere Sagittaria-Arten, z. B. Sagittaria trifolia,
 Sagittaria latifolia)
 (die kleinen Knollen werden verwendet; nicht im Bild)
- Gewöhnliches Tellerkraut
 (Winterportulak, Kubaspinat)
- Giersch
 (ähnlich ist Aegopodium alpestre)
- Glehnia littoralis
 (Blätter und Stängel sowie Wurzeln)
- Glöckchen-Lauch
 (Zwiebeln, Blätter und Blüten)
- Glücksklee
 (Knollen und Blättchen)
 (die kleinen hellen Knollen sind nicht im Bild)
- Gnetum africanum,
 Gnetum buchholzianum,
 Gnetum gnemon
- Goabohne
 (Flügelbohne)
 (Früchte, Blätter, Samen und Wurzeln)
 (ähnlich sind
 Psophocarpus palustris,
 Psophocarpus scandens,
 Psophocarpus grandiflorus)
- Wurzeln der Goabohne
- Goeppertia allouia
 (Syn.: Calathea allouia)
 (Süßkornwurzel)
- Grüne Bohne
 (Fisole, Stangenbohne)
- Grausenf
- Großer Knorpellattich
 (Blätter)
 (auch als Salat)
- Grünkohl
 (Federkohl, Krauskohl)
- Guajes
 Weißkopfmimose
 und versch. Leucaena-Arten 
 (junge Blätter und Früchte sowie Samen)
- Guarbohne
- Gundelia tournefortii
 (Akkoub)
 (junge Blütenkörbe und Blätterbasen, Stängel, Wurzeln)
- Gundermann
- Gunnera tinctoria
 (junge Blattstiele)
- Gurke
- Gurkenmelone
 (Cucumis melo var. flexuosus)
- Guter Heinrich
- Gymnema inodorum
- Hablitzia tamnoides
 (Spinatranke,
 Kaukasischer Rankspinat)
- Haferwurzel
- Handama
 (Okinawa Spinat)
 (Gynura bicolor)
 (ähnlich sind
 Gynura pseudochina,
 Gynura procumbens)
- Herbstrübe
 (Räbe)
- Hibiskusblätter
 (siehe auch Gewürz)
- Hijiki
 (Sargassum fusiforme
 Syn.: Hizikia fusiformis)
- Hokkaidokürbis
- Hopfenspargel
 (nur unterirdische Sprossen)
- Hopfensprossen
 (Hopfenspitzen)
- Hundskohl
- Hydrophyllum canadense, Hydrophyllum virginianum
 (junge Blätter)
- Indianer-Schlangenwurzel
 (Wurzeln)
 (auch als Salat)
- Indischer Spinat
 (Cholai Saag)
- Indisches Blumenrohr
 (Achira)
 (Wurzeln und junge Sprossen)
- Inkagurke
- Ixeridium dentatum
 (junge Pflänzchen und Wurzeln)
- Jambú
 (auch Acmella paniculata,
 Acmella uliginosa)
- Japanische Helwingie
 (junge Blätter)
- Japanischer Staudenknöterich
 (ähnlich ist Sachalin-Staudenknöterich)
 (junge Sprossen)
- Japanischer Strahlengriffel
 (Früchte und Blätter)
- Juteblätter
 (Langkapselige Jute,
 Rundkapselige Jute)
- Kai-lan
- Kaipen
 (Süßwasseralgen)
 (Cladophora spp., Dichotomosiphon tuberosus)
- Kalimeris indica
- Kalettes®
 (Rosenkohl × Grünkohl)
- Kalmus
 (Wurzeln und junge Blätter)
 (auch roh junge Stängel und Blütenstände)
 (siehe auch Gewürz)
- Kalopanax septemlobus
 (Eom-namusun, Dureup)
 (ähnlich sind Aralia continentalis,
 Aralia elata)
 (auch Aralia cordata, Udo)
 (junge Blätter, Wurzeln und Sprossen)
- Kapern
 (auch Blätter und junge Früchte werden verwendet)
- Kapernäpfel, -beeren
 (Riesenkapern)
 (ganz junge Früchte)
- „Deutsche Kapern“
 (eingelegte Blütenknospen)
 (Sumpfdotterblume, Kapuzinerkresse, Scharbockskraut, Gänseblümchen, Löwenzahn, Bärlauch, Besenginster)
 (in Georgien auch
 Kolchische Pimpernuss,
 Gemeine Pimpernuss, auch vom Koriander)
 oder Bohnenähnliches Jochblatt
- Karotte
 (auch das Kraut kann verwendet werden; Bundkarotten)
 (violette Karotten sind
 Morá und Beta Sweet, es gibt auch weiße Karotten)
- Kartoffel
 (Erdäpfel)
- Kartoffelminze,
 Chinesische Kartoffel,
 Hausa oder Kaffir Kartoffel
 (Plectranthus esculentus,  Plectranthus edulis,
 Plectranthus rotundifolius)
- Kerguelenkohl
- Kirschtomaten
- Klettenwurzel
- Knoblauch
 (auch die Stängel können verwendet werden)
- Knoblauchstängel
 (Garlic-Scapes)
- Knoblauch-Schnittlauch
 (auch Duft-Lauch)
- Knöllchen-Knöterich
 (Blätter und Brutzwiebeln sowie Wurzel, Samen)
- Knollen-Platterbse
- Knollensellerie
 (auch das Kraut kann verwendet werden)
- Knollen-Ziest
- Knollige Kapuzinerkresse
 (Mashua)
- Knolliger Kälberkropf
 (Kerbelrübe, Kerbelwurzel)
- Knorpeltang
- Kochbanane
- Kohldistel
 (ähnlich sind Alpen-Kratzdistel,
 Gewöhnliche Kratzdistel,
 Mariendistel
 Cirsium japonicum,
 Cirsium setidens,
 Cirsium pyrenaicum)
 (Blätter und Wurzeln, teils auch Stängel und Blütenböden)
 (siehe auch Artischocke)
- Kohlrabi
 (auch Kohlrabiblätter werden verwendet)
- Komatsuna
- Kombu
- Konjakwurzel
- Koreanische Minze,
 Ostasiatischer Riesenysop
 (Agastache rugosa)
- Kriech-Steinbrech
- Kronenwucherblume
 (auch als Salat)
- Kudzu
 (in Indien von Pueraria tuberosa)
- Kugelige Teufelskralle
 (Blätter, Blüten und Wurzeln)
- Kürbis
- Küttiger Rüebli
 (ähnlich ist
 „Jaune longue du Doubs“,
 verwandt und orange-gelb ist die Pfälzerrübe)
- Lappentang
 (Dulse)
- Lasia spinosa
 (junge Blätter; nur gekocht)
- Lauch
 (Porree)
- Lauchzwiebel
 (Frühzwiebel, Frühlingszwiebel) (ähnlich ist Allium chinense)
- Leontodon tuberosus,
 Leontodon taraxacoides
 (Blätter und Wurzeln)
(Gemüse oder Salat)
- Leucas cephalotes
 (ähnliches Bild)
- Limnocharis flava
- Loroco
 (Blütenknospen)
- Lotus edulis
 (junge Früchte auch eingelegt;
 nicht im Bild)
- Lotuswurzel
 (Lotoswurzeln)
- Löwenzahn
 (versch. Löwenzahn-Arten)
- Luffa
 (Schwammkürbis und Flügelgurke)
- Maca
- Madan
 (Garcinia schomburgkiana)
 (ähnliches Bild)
 (Blätter)
- Madeirawein
 (Knollen und Blätter)
- Mairübe
- Malvenblätter
 (auch Malva parviflora)
- Manchu
 (Quetschgurke, Knollengurke)
- Manchu-Frucht
- Mangold
 (Krautstiel)
 (Stiel- oder Rippenmangold und
 Blatt- oder Schnittmangold)
- Maniok
- Maniokblätter
- Markhamia stipulata
 (Syn.: Dolichandrone stipulata )
 (ähnlich ist
 Dolichandrone spathacea)
 (Blüten)
- Marsilea crenata
- Mauka
 (Mirabilis expansa, Mirabilis jalapa)
- Medicago polymorpha
 (auch Luzerne)
- Meerfenchel, Meeresbohne, Meeresspargel
 (Sea Beans)
- Meeresgemüse
 (Samphire)
 (Meerfenchel, Salz-Alant, Blutaparon vermiculare, Tecticornia spp., Sarcocornia spp.
 und Salty Fingers®)
- Meerrettich
 (Kren)
- Meerrettichbaum
 (auch Wurzeln, Blätter und Blüten werden genutzt)
- Blätter des Merrettichbaums
- Wurzel des Meerettichbaums
- Blüten des Merrettichbaums
- Meersalat
- Menschenfressertomate
- Mexikanische Minigurke
- Mibuna
 (Brassica rapa var. laciniifolia subvar. oblanceolata)
- Mizuna
 (Brassica rapa subsp. nipposinica)
- Molchschwanz
 (junge Sprossen und Wurzeln)
- Mollugo verticillata
- Doca, Tasi 
(Araujia odorata
 Syn.: Morrenia odorata,
 Araujia brachystephana
 Syn.: Morrenia brachystephana) (ähnliches Bild)
- Moschus-Kürbis
 (auch die Blüten und Blätter werden gegessen)
- Mozuku
 (verwandt sind Undaria-Algen)
- Myoga
 (Japanischer Ingwer)
- Nachtkerze
 (Rotkelchige Nachtkerze,
 Gemeine Nachtkerze)
- Natternkopf-Wurmlattich
- Neptungras
 (unterer, basaler Teil)
- Neuseeländer Spinat
- Niembaum
 (Blätter und Blüten)
- Noni
 (junge Blätter und Triebe)
- Nopales
- Nori
- Oenanthe javanica
 (Koreanische Petersilie)
 (junge Blätter und Pflanzen sowie Wurzeln)
- Oenanthe pimpinelloides
 (die kleinen, weißen Knollen, Wurzel werden verwendet)
- Oka
- Okra
 (auch Abelmoschus caillei, Abelmoschus moschatus)
 (junge Früchte und Blätter)
 (Abelmoschus manihot; hier nur junge Sprossen und Blätter)
- Olluco
- Orchideenwurzeln
 (Chikanda, Kinaka, Kikanda)
 (Habenaria, Disa, Satyrium sowie  Brachycorythis und Eulophia-Arten)
 (siehe auch Salep)
- Orientalisches Zackenschötchen
 (junge Blütentriebe und Blätter)
- Ornithogalum pyrenaicum
 (Wildspargel)
 (junge Blütentriebe)
- Oroxylum indicum
 (junge Früchte, Blüten, Samen und Blätter)
- Ottelia alismoides
 (Blätter)
- Pacaya
 (Chamaedorea tepejilote u. a.)
 (ungeöffneter, männlicher Blütenstand)
- Pak Choi
 (auch als Mini)
- Palmherzen
- Palmkohl
 (Schwarzkohl)
- Papayablätter
 (junge Blätter)
- Gemüsepaprika
 (Peperoni,
 Pimientos de Padrón)
 (auch violette und purpurne)
- Chiliblätter
 (Paprikablätter)
- Pastinak
 (auch das Kraut kann verwendet werden)
- Periandra mediterranea (Brasilianisches Süßholz)
 (die Wurzel werden verwendet; nicht im Bild)
- Rote Perilla
 (Shiso)
- Petai
 (Gestankbohne)
 (ähnlich ist Parkia timoriana)
 (Samen und junge Früchte)
- Petasites japonicus
 (Blattstiele, junge Blütenstängel und -knospen)
 (oben im Bild; unten Adlerfarn)
 (ähnliche Blattstiele von
 Farfugium japonicum)
- Peucedanum japonicum
 (nicht von Saposhnikovia divaricata)
 (junge Blätter)
- Pfeilblättrige Balsamwurzel
 (Wurzeln, Blätter, Stängel und Samen)
- Pfeilwurz
- Ostindische Pfeilwurz
- Pferdeeppich
 (Alisander)
 (Gemüse oder Salat,
 Samen als Gewürz)
- Pilea pumila,
 Pilea mongolica
 (ähnlich ist Laportea cuspidata)
- Pimpinella brachycarpa
 (Cham-namul)
- Piper sarmentosum
 (Pfefferblatt)
 (siehe auch Wilder Pfeffer)
- Pokeweed
- Polygonatum odoratum
 (junge Blätter und Stängel sowie Wurzeln)
- Polyscias fruticosa
 (junge Sprossen und Blätter)
- Prärie-Rübe
 (die Knollen werden verwendet; nicht im Bild)
- Puntarelle
 (Catalonga, Blattzichorie)
- Quirl-Malve
- Radieschen
- Raps
 (junge Blätter, Stängel und Blüten)
 (Nanohana)
- Rapunzel-Glockenblume
 (Wurzeln und junge Blätter)
- Rattenschwanzrettich
 (junge Früchte und Blätter)
- Reseda alba
 (junge Blätter und Sprossspitzen)
- Rettich, Winterrettich
 (auch junge Früchte als Gemüse oder eingelegt)
- Grüner Rettich
 (Luobo, Winter-Rettich)
- Rettichgrün
 (das Kraut; auch getrocknet)
- Rhabarber
- Riesenblättriges Pfeilblatt
- Röhrkohl
 (Strand-Dreizack)
 (ähnlich ist Sumpf-Dreizack)
- Romanesco
- Rosenkohl
 (Brüsseler Kohl, Kohlsprossen)
 (auch die jungen Sprossspitzen; Rosenkohlherzen, -spitzen, können genutzt werden)
- Rote Bete
 (Rote Rübe, Randen)
 (auch das Kraut kann verwendet werden)
 (es gibt auch weiße und gelbe Beten)
- Rotkohl
 (Blaukraut, Kraut)
- Rübstiel
- Samtblatt
- Salzkräuter
 (Mönchsbart, Saltwort, Agretti)
 (versch. Salsola-Arten oder
 Kali-Salzkraut,
 Portulak-Keilmelde)
- Salz-Schuppenmiere
 (ähnlich ist Salzmiere)
- Sauerampfer
 (auch Hain-Ampfer, Schild-Ampfer, Stumpfblättriger Ampfer,
 Garten-Ampfer,
 Wiesen-Sauerampfer)
- Sauropus androgynus
- Schalotten
- Schlangenhaargurke
- Schlangen-Knöterich
 (Wurzeln und Blätter)
- Schmalblättriges Weidenröschen
 (junge Sprossen, Blätter und Wurzeln)
- Schneeglöckchenbaum
 (junge Früchte)
- Schnittlauch
- Schopfige Traubenhyazinthe
- Schwarzer Winter-Rettich
- Schwarzwurzel
- Schwertbohne
- Seetang
- Senna siamea
 (junge Blätter, Blüten, Früchte und Samen)
 (nur gekocht)
- Sesbania bispinosa,
 Sesbania gradiflora
 (Blüten und Samen)
 (bei S. grandiflora auch junge Früchte, Sprossen und Blätter)
- Sesuvium portulacastrum
 (meist gekocht und eingelegt)
- Soh-Phlong
 (Wurzeln roh)
- Sonchus kirkii
- Silber-Brandschopf
- Smallanthus connatus
 (Syn.: Polymnia connata)
 (Yacon-Gaucho)
 (die länglichen Wurzeln werden verwendet; nicht im Bild)
- Smilax excelsa u. a.
 Blätter und junge Triebe
 (georg. Ekala, Dziruga,
 trk. Merevcen, Melvocan, Melocan, Silcan)
- Soden, Salzmelden
 (Suaeda spp.)
- Solanum lasiocarpum
- Solanum curtilobum
 (Rucki, Chuño)
 (Kartoffelart)
- Sommer-Portulak
- Spanische Golddistel
 (äußerer Wurzelteil wie Schwarzwurzeln,
 Mitteladern der Blattrosette, auch die Spreiten,
 Blüten wie Safran)
- Spargel
- Spargelbohne
- Rote Spargelbohne
 (ähnlich ist Spargelerbse,
 Essbarer Hornklee)
- Sphenoclea zeylanica
 (junge Blätter und Sprossen)
- Spinat
- Spitzkohl
 (Filderkraut)
- Spondias mombin
 (Blätter)
- Stängelkohl
 (Cima di Rapa, Rapini)
- Staudensellerie
 (Stangenzeller)
 (in Asien auch Schnittsellerie)
- Steckrübe
 (Bodenkohlrabi)
- Stinkwein
 (Blätter)
- Strand-Aster
 (Blätter und Stängel)
- Strand-Wegerich
 (Gänsezungen)
 (junge Blätter; Gemüse oder Salat)
- Straßen-Gänsefuß
 (junge Blätter und „Sämchen“)
- Strauchkohl
 (Ewiger Kohl)
- Süßkartoffel
 (auch mit purpurfarbenen Knollen) (auch junge Sprossenstängel können verwendet werden)
- Syneilesis palmata
 (junge Sprossen und Blätter)
- Synurus pungens
 (Blätter)
- Taglilien
 (Gelbe Taglilie,
 Hemerocallis citrina,
 Hemerocallis esculenta,
 Hemerocallis hakuunensis)
 (junge Sprossen, Blätter, Blüten, Blütenknospen und Wurzeln)
- Talinum paniculatum,
 Talinum caffrum,
 Talinum portulacifolium,
 Talinum fruticosum
 (Gemüse oder Salat)
- Tannia
 (ähnlich ist
 Xanthosoma violaceum)
- Taro
 (auch die Stängel und Blätter)
- Tatsoi
 (Rosetten Pak Choi)
- Taubenkropf-Leimkraut
 (Strigoli, Stridolo)
 (auch als Salat oder Gewürz)
- Telfairia occidentalis
 (Blätter und junge Sprossen)
- Telosma cordata
 (Pakalana)
 (Blüten, Knospen und Blätter sowie Wurzeln)
- Telosma procumbens
 (ähnliches Bild)
- Teltower Rübchen
- Teufelskralle, Teufelsklaue
 (Ibicella lutea, Martynia annua, Proboscidea louisianica, Proboscidea parviflora u. a.)
- Thai-Aubergine
- Ti
- Tiliacora triandra
- Tinda
- Tomate
 (Paradeiser)
- Tomatillo
- Toona sinensis
- Topinambur
 (Sunchoke)
 (auch Helianthus strumosus)
- Trevesia palmata
 (junge Blütenstände und auch Blätter)
- Trichosanthes dioica
- Ukogi
 (Eleutherococcus sieboldianus)
 (ähnlich ist Borstige Taigawurzel)
 (junge Blätter)
- junge Ulmenfrüchte
 von Ulmus pumila
 (auch Ulmus rubra,
 Ulmus parvifolia)
 (als Gemüse oder Salat)
 (auch Blätter von einigen Ulmenarten)
- Umibudo(u)
 (Seetrauben, Grüner Kaviar)
- Urospermum picroides
 (untere Blätter; auch als Salat,
 Knospen wie „Deutsche Kapern“)
- Urui
 (Hosta sieboldiana var. sieboldiana auch Graublatt-Funkie)
 (junge Sprossen)
- versch. Vigna-Wurzeln
 (nicht im Bild)
 (Vigna vexillata, Vigna lanceolata,
 Vigna marina, Vigna lobatifolia u. a.)
- Wachskürbis
- Wakame
- Vogelknöterich
 ähnlich ist  Glinus oppositifolius
- Wald-Geißbart
 (junge Sprossen)
- Waldsauerklee
 (auch als Salat)
- Wasabi
- Wasserkastanie
- Wassermimose
 (junge Blätter, Früchte und zarte Stängel)
- Wasserspinat
- Weinrebenblätter
- Weiße Taubnessel
 (junge Blätter)
 (auch als Salat)
- Weißer Gänsefuß
- Weißer Senf
- Weißkohl
 (Weißkraut, Kraut, Sauerkraut)
- Wickentriebe
 (Linsen-Wicke, Zaun-Wicke)
- Wiesen-Bärenklau
 (junge Blätter und Sprossen sowie Wurzeln)
- Wiesen-Bocksbart
- Wiesen-Labkraut
 (auch als Salat)
- Wilde Möhre
- Wilder Spargel
- Wirsing
 (Kohl, Wirz)
- Wintermelone
- Wolffia globosa
 (Wasserlinsen)
- Winterkresse
 (Barbarakraut)
 (ähnlich ist Barbarea verna)
- Wurzelpetersilie
- Yacon
- Yambohne
 (Benkuang, Jícama)
 (ähnlich ist die Knollenbohne)
- Yampa(h)
 (Perideridia gairdneri,
 Perideridia bolanderi u. a.)
 (die kleinen Knollen werden verwendet; nicht im Bild)
- Yams
 (versch. Dioscorea-Arten, Dioscorea spicata,
 Dioscorea japonica
 Dioscorea polystachya,
 Dioscorea transversa)
- Purpur-Yams
 (Ube)
 (Dioscorea alata)
- Zierbanane
 (Knollen gekocht oder Knollen und Blattscheiden fermentiert als „Brot“)
- Zitwerwurzel
 (Zedoary, Weiße Curcuma)
 (Knollen, junge Sprosskerne als Gemüse und Blätter als Gewürz)
- Zizania latifolia
 (geschwollene, mit dem Pilz Ustilago esculenta infizierte, untere Halme)
- Zucchini
- Zucchiniblüten
- Zuckerhut
 (Fleischkraut)
- Zuckermais
 (Kukuruz)
- Zuckerrübe
- Zuckerschoten
 (Erbsen, Kefen)
- Zuckerwurzel
 (Süßwurzel)
- Zwiebel
 oder die Winter-, Lauchzwiebel
 (ähnlich ist die wilde
 Allium monanthum)

## Salate

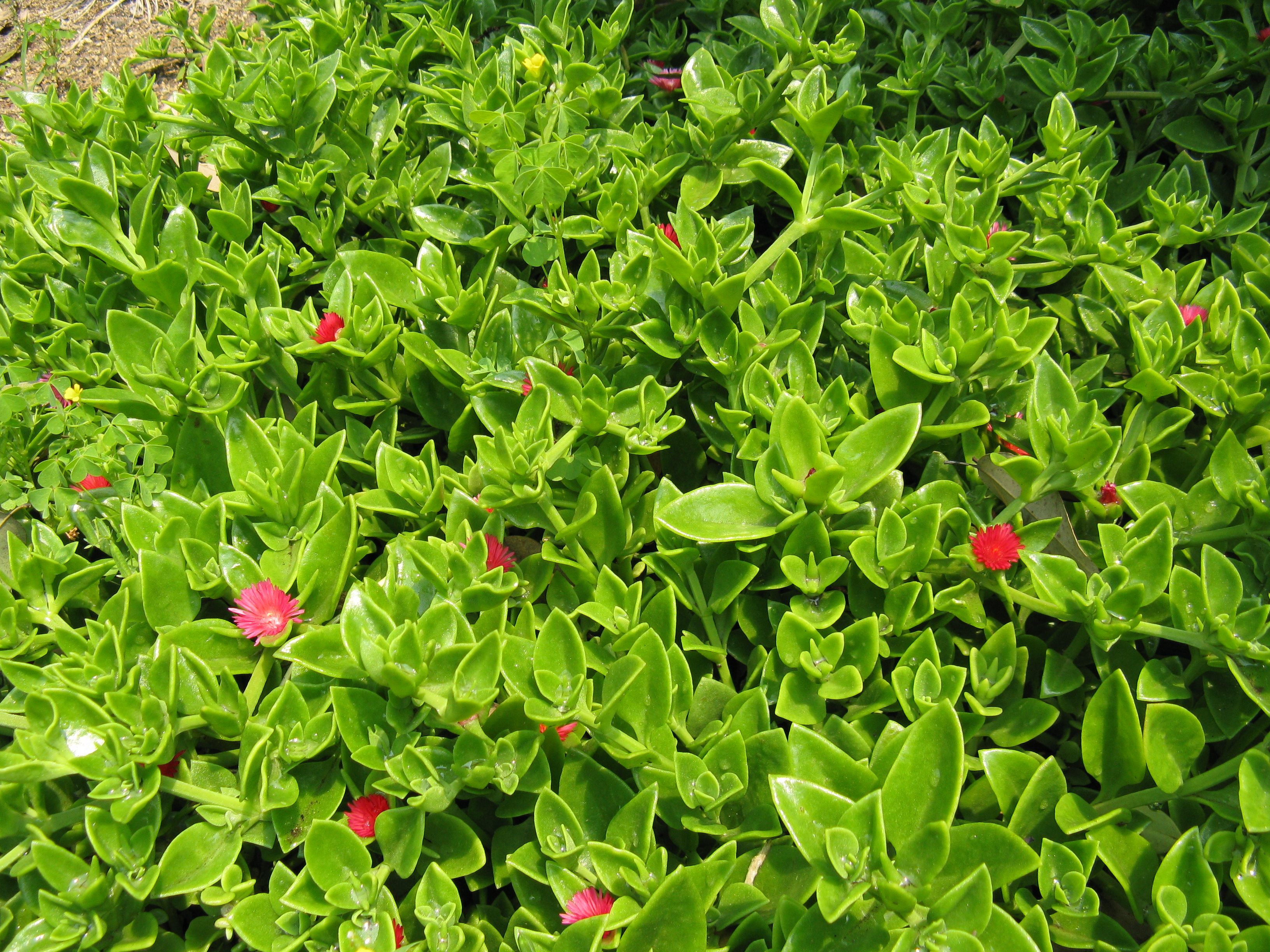
Aptenia cordifolia
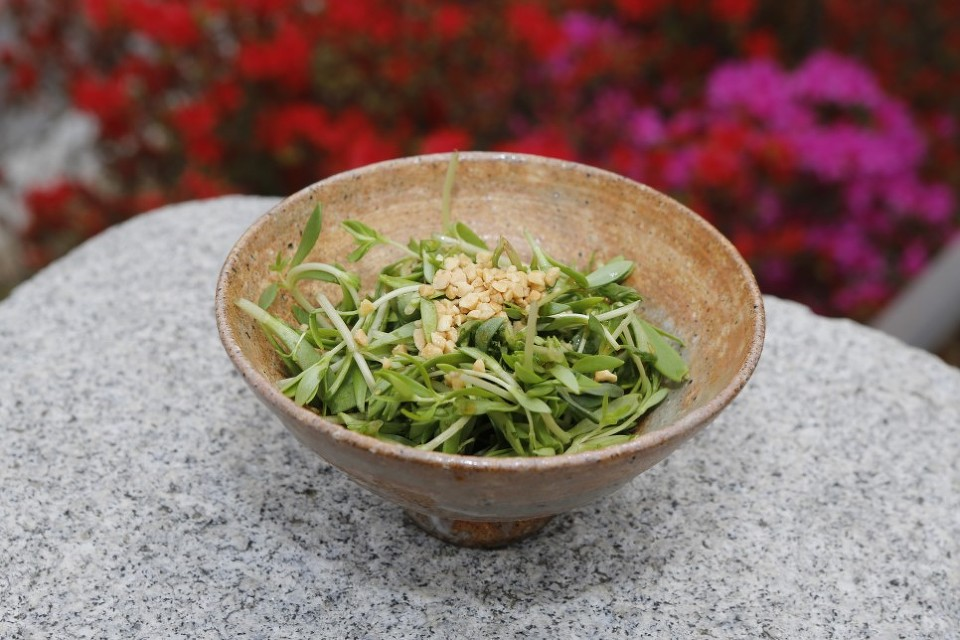
Ausläufer-Fetthenne (auch als Gemüse)
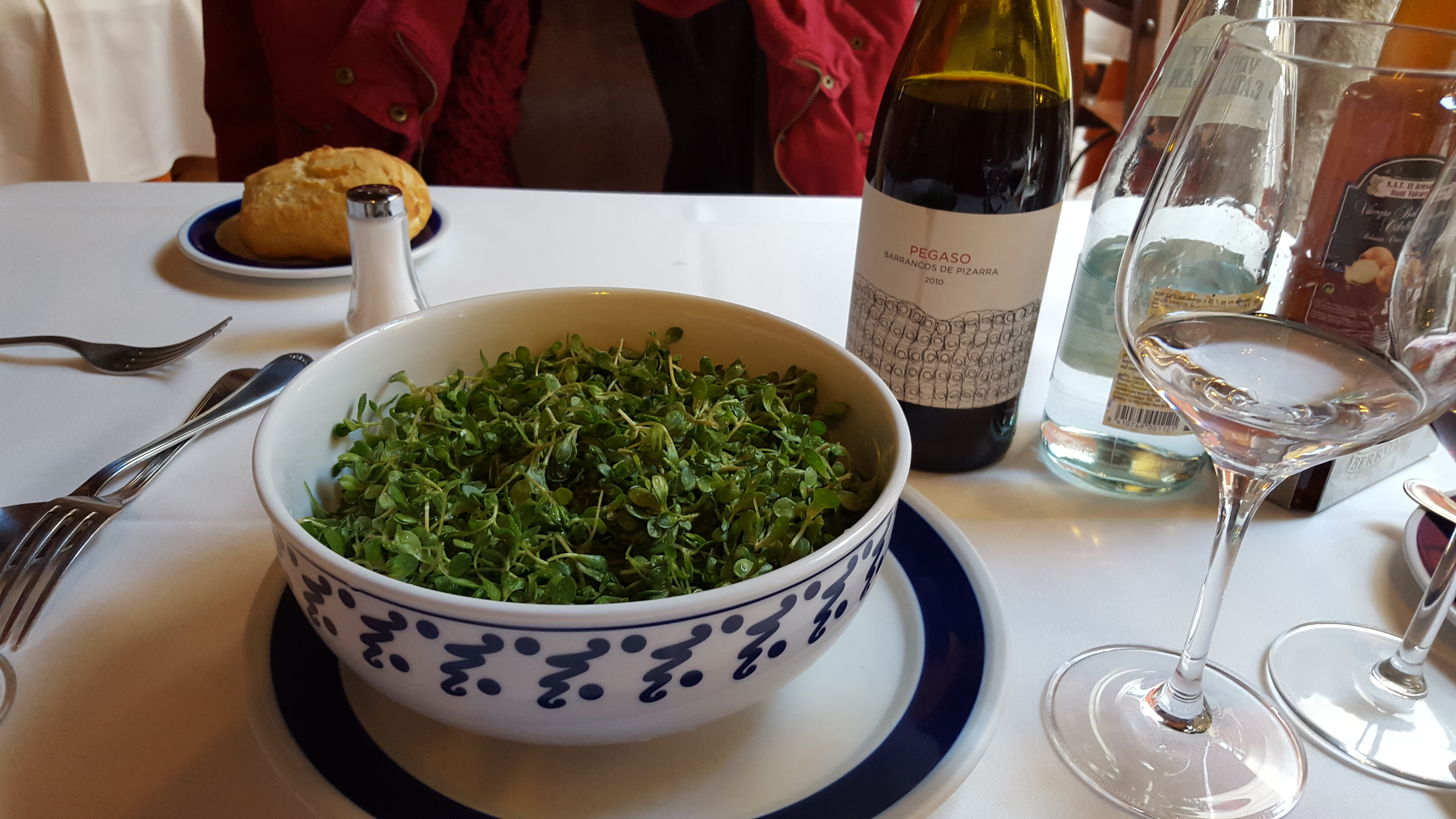
Bach-Quellkraut (seltener auch als Gemüse)
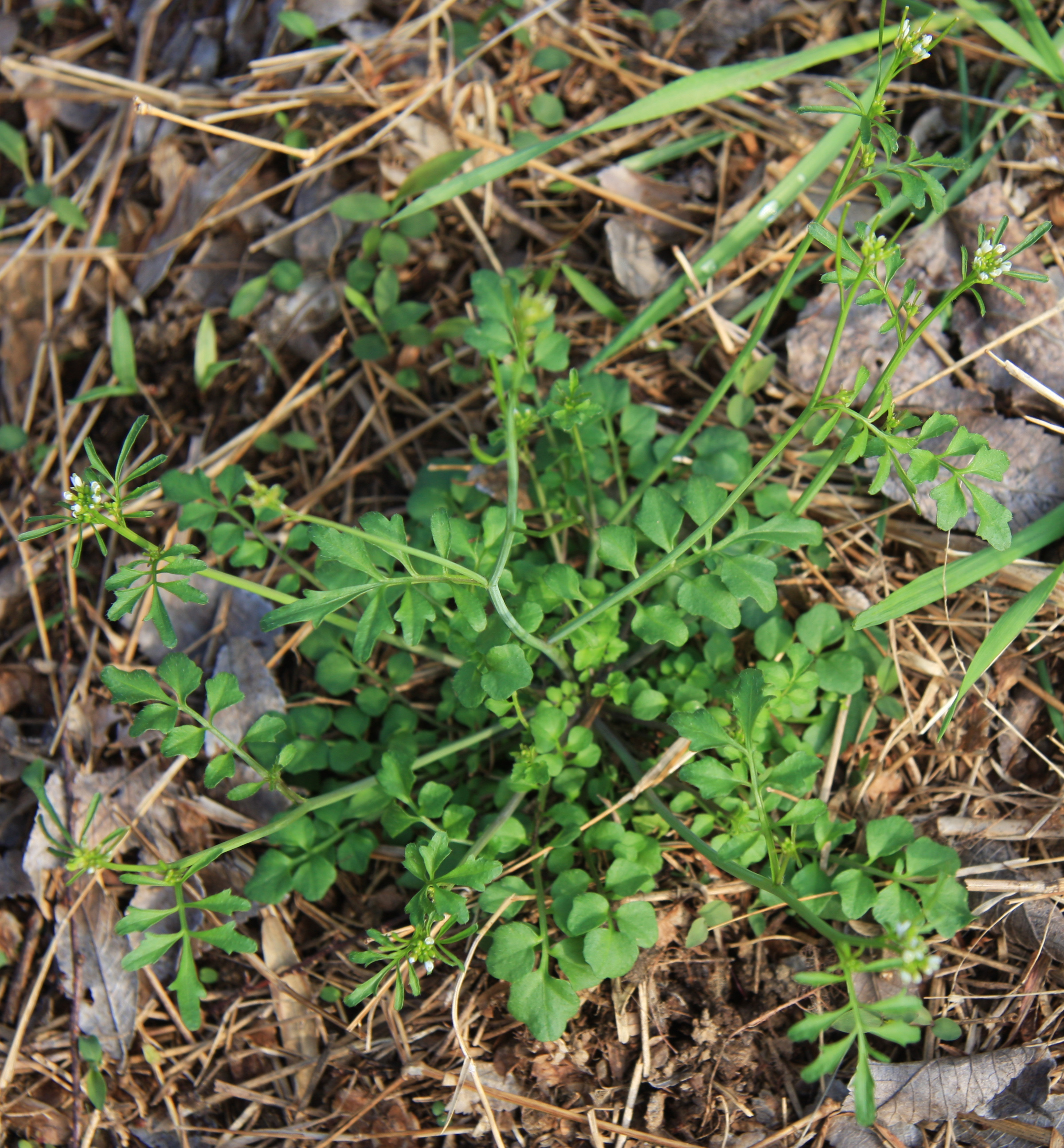
Behaartes Schaumkraut
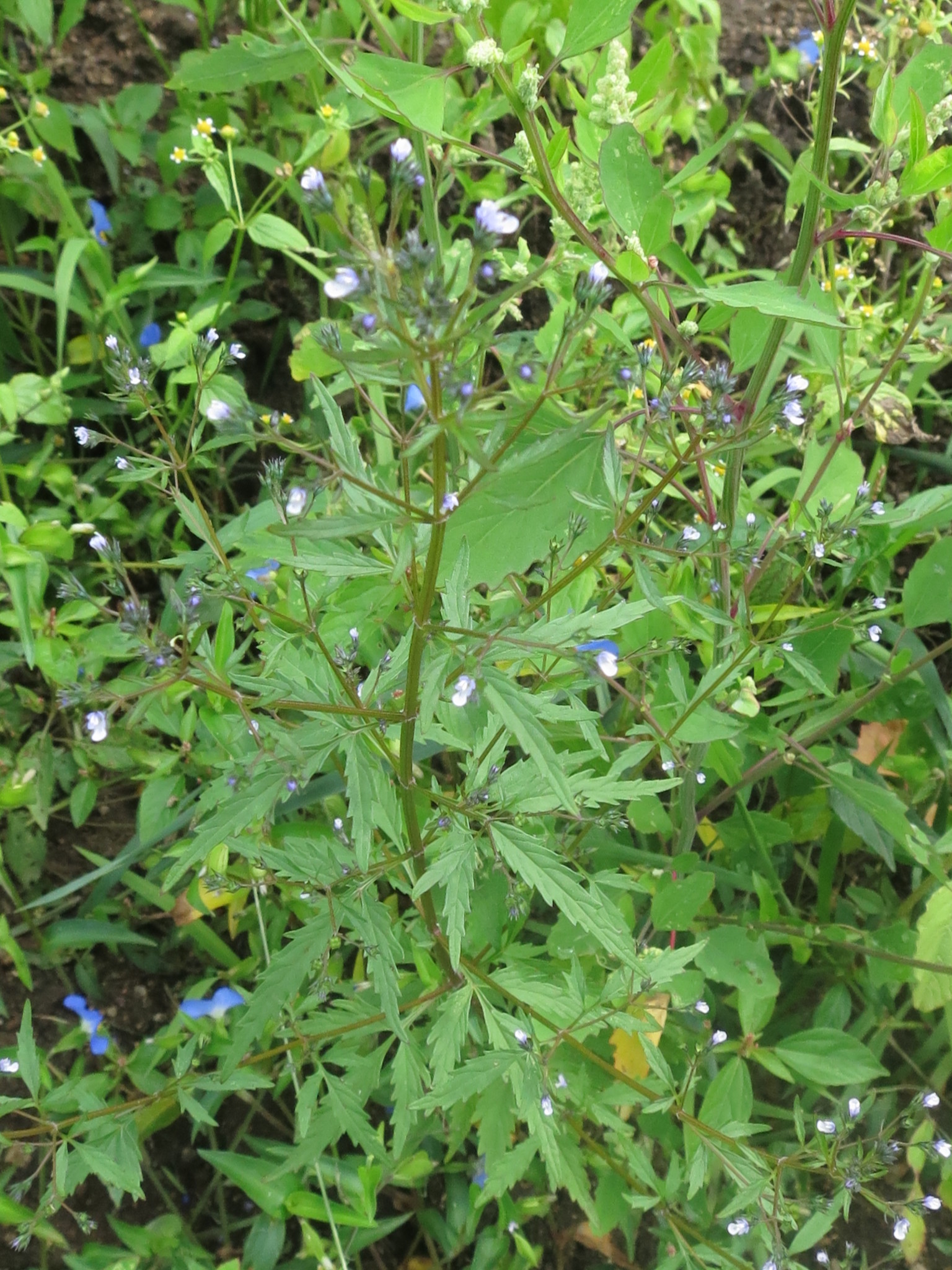
Champignonblume
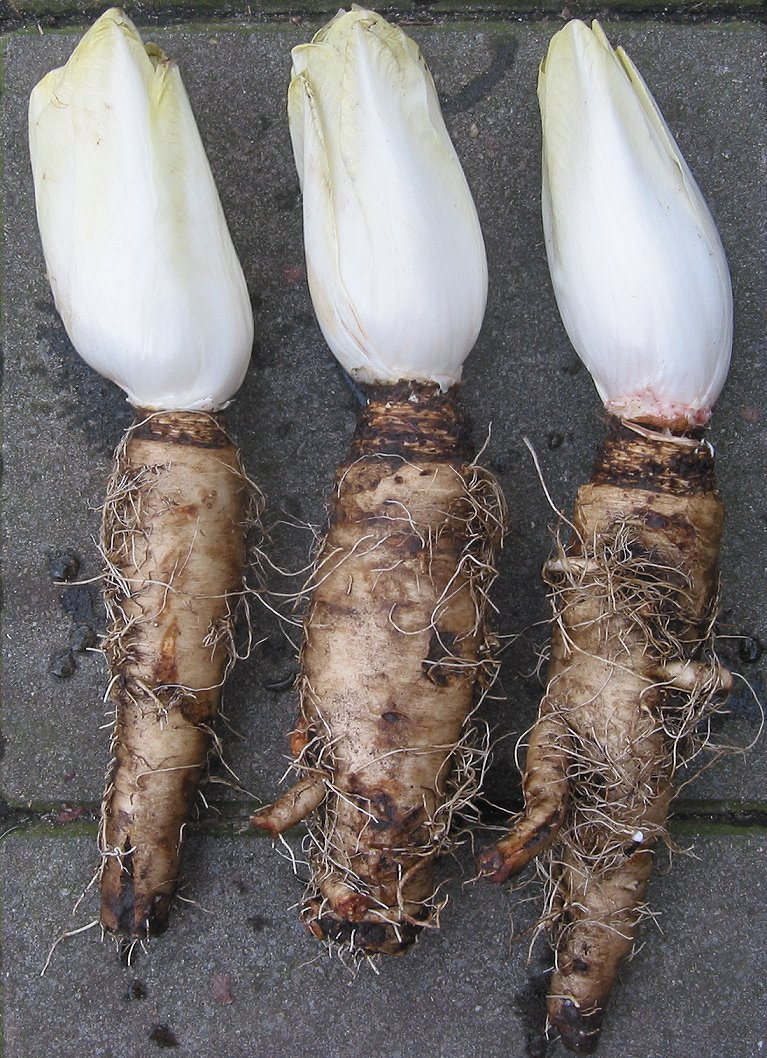
Chicorée (siehe auch Gemeine Wegwarte)
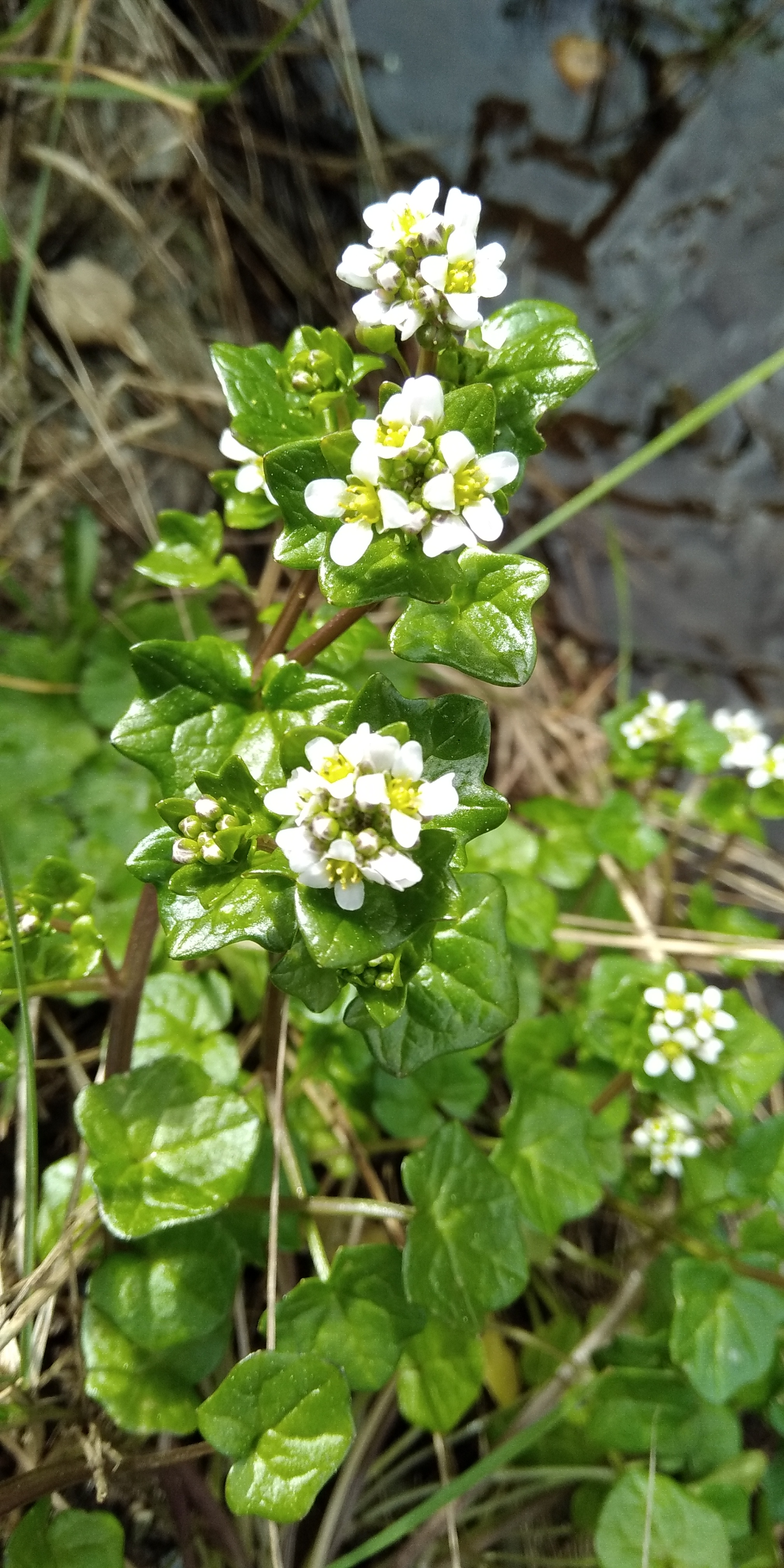
Echtes Löffelkraut
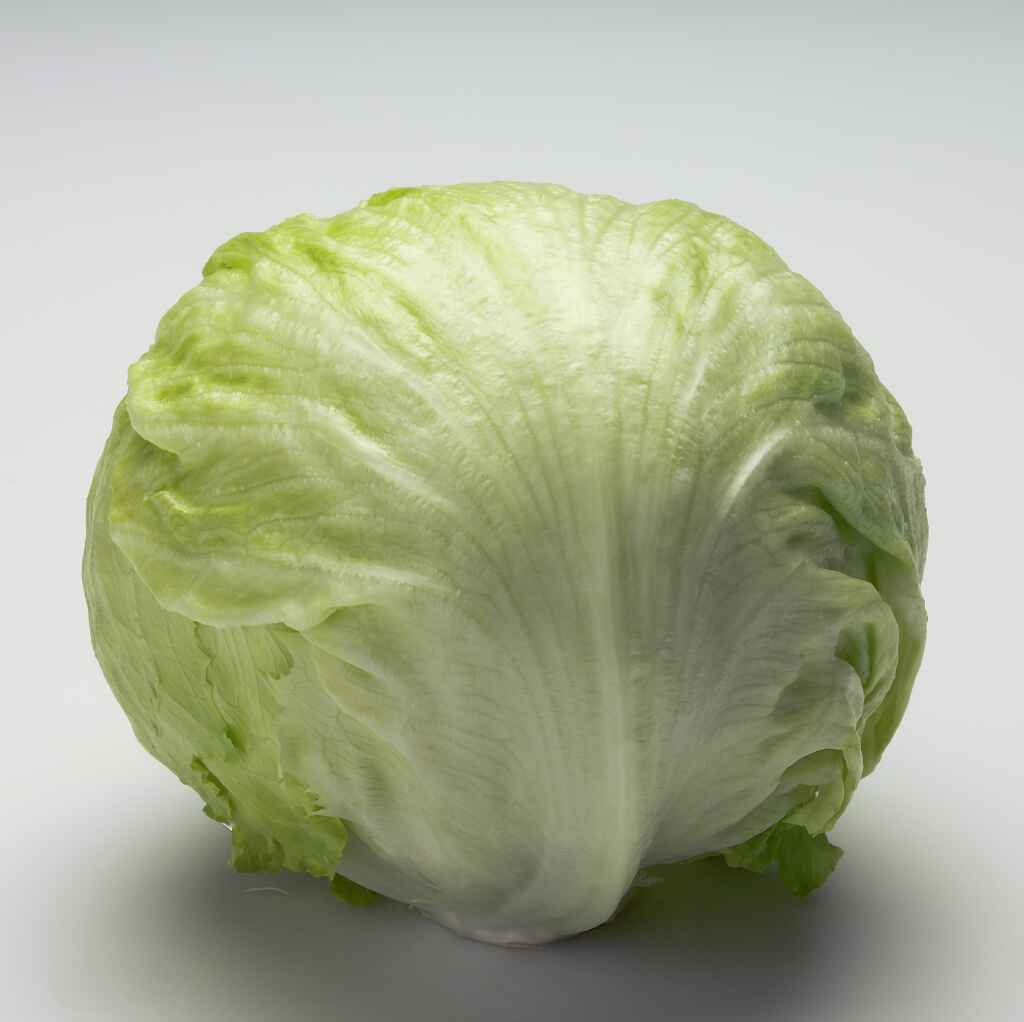
Eis(berg)salat (Bummerlsalat)
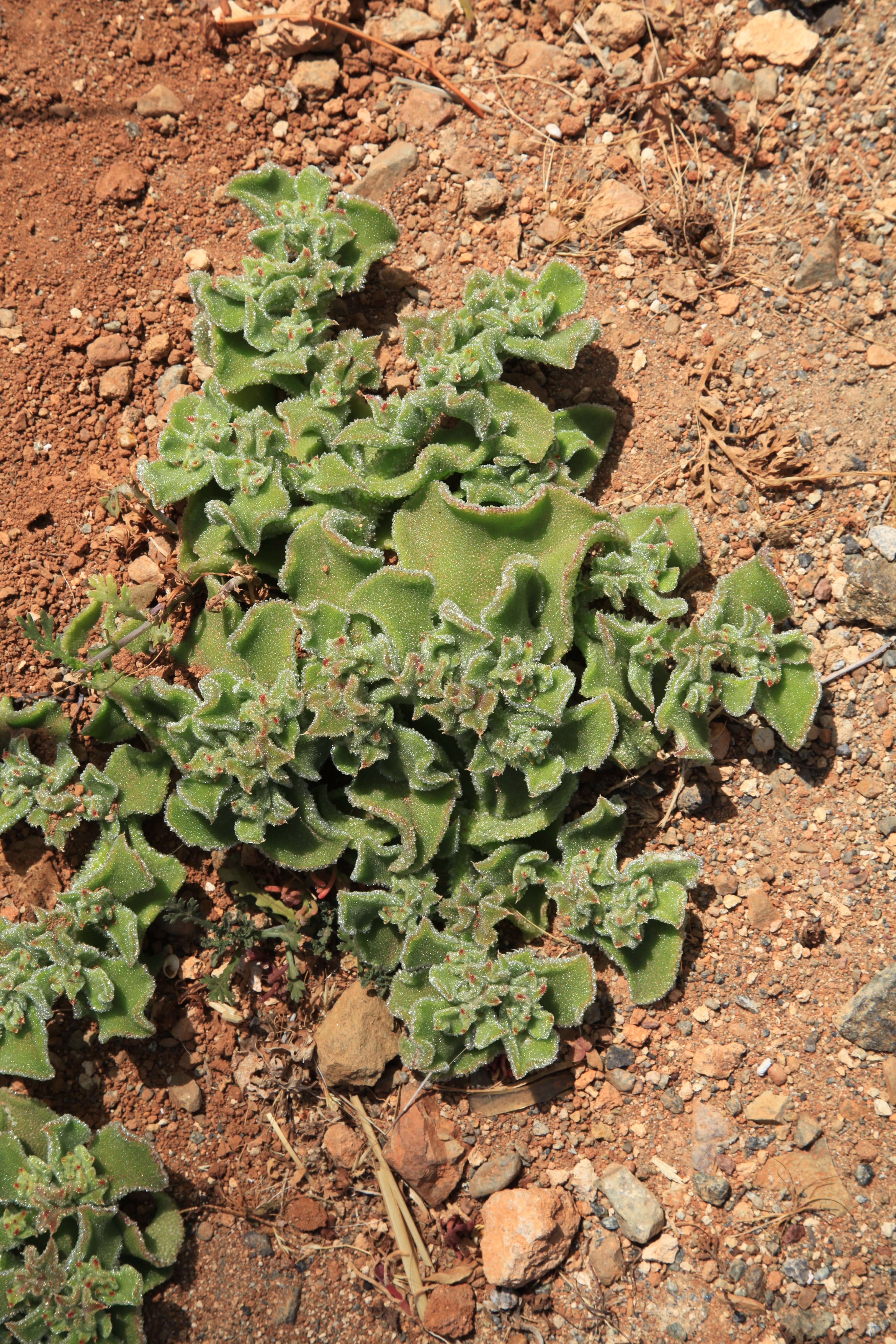
Eiskraut (auch als Gemüse oder eingelegt)
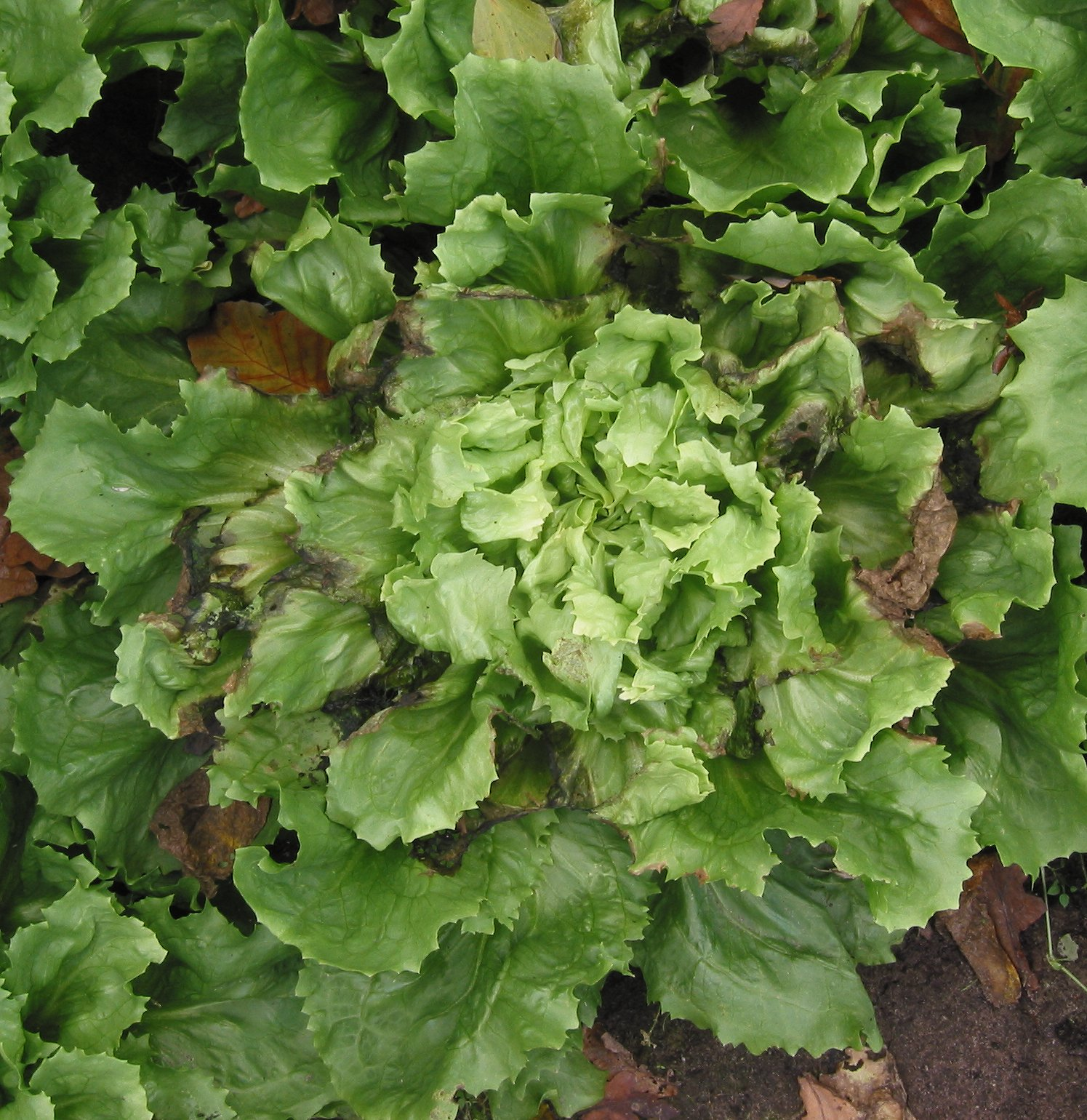
Endivie (Escariol)
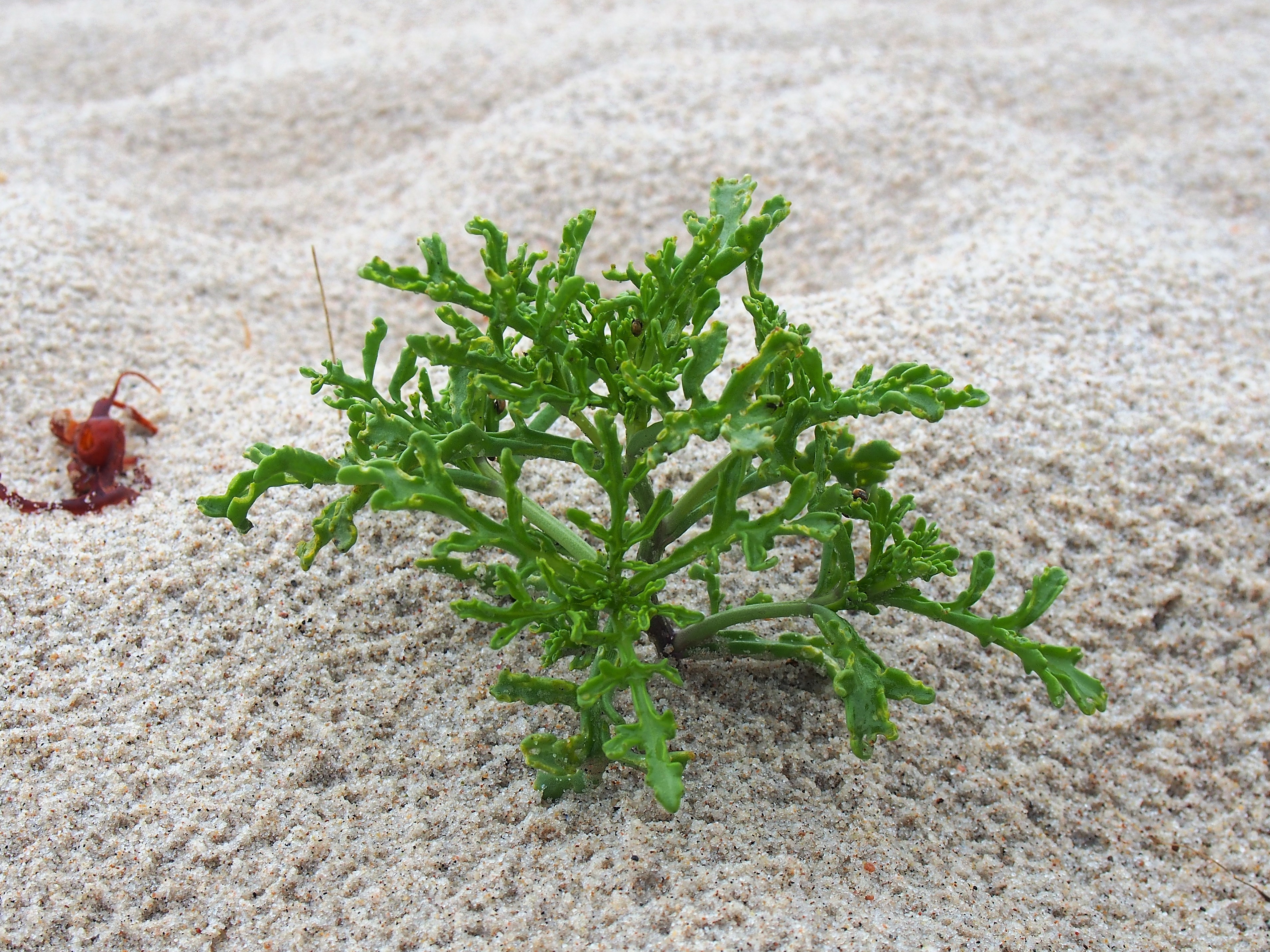
Europäischer Meersenf (junge Blätter)
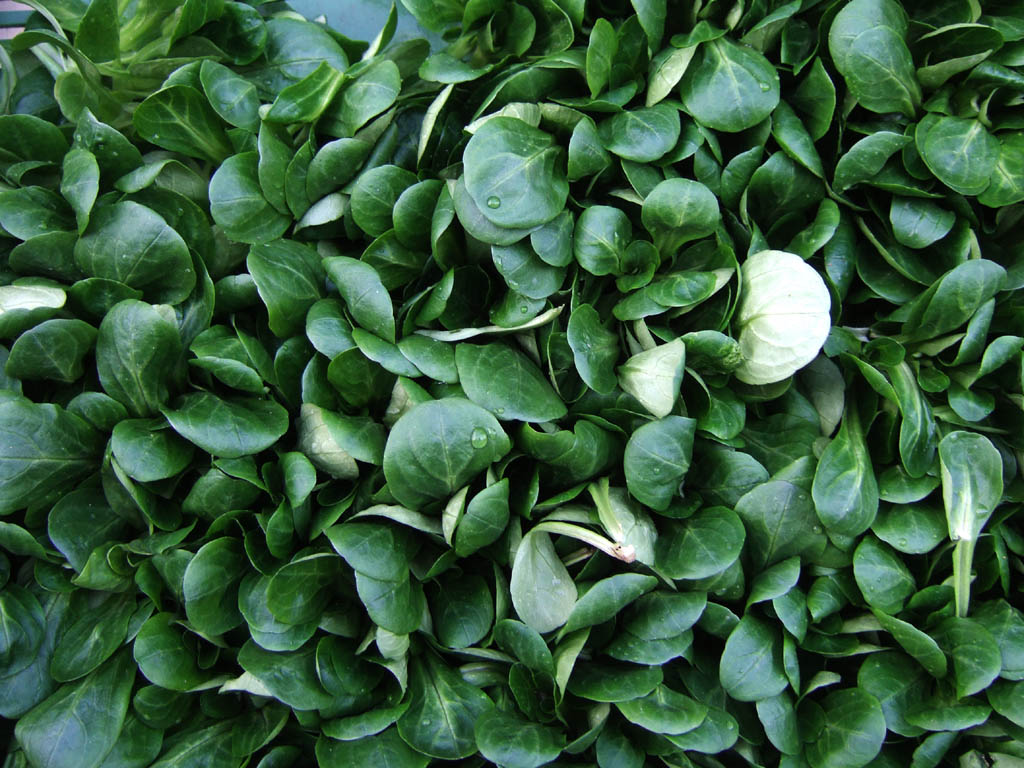
Feldsalat (Vogerlsalat, Nüssler, Nüsslisalat)
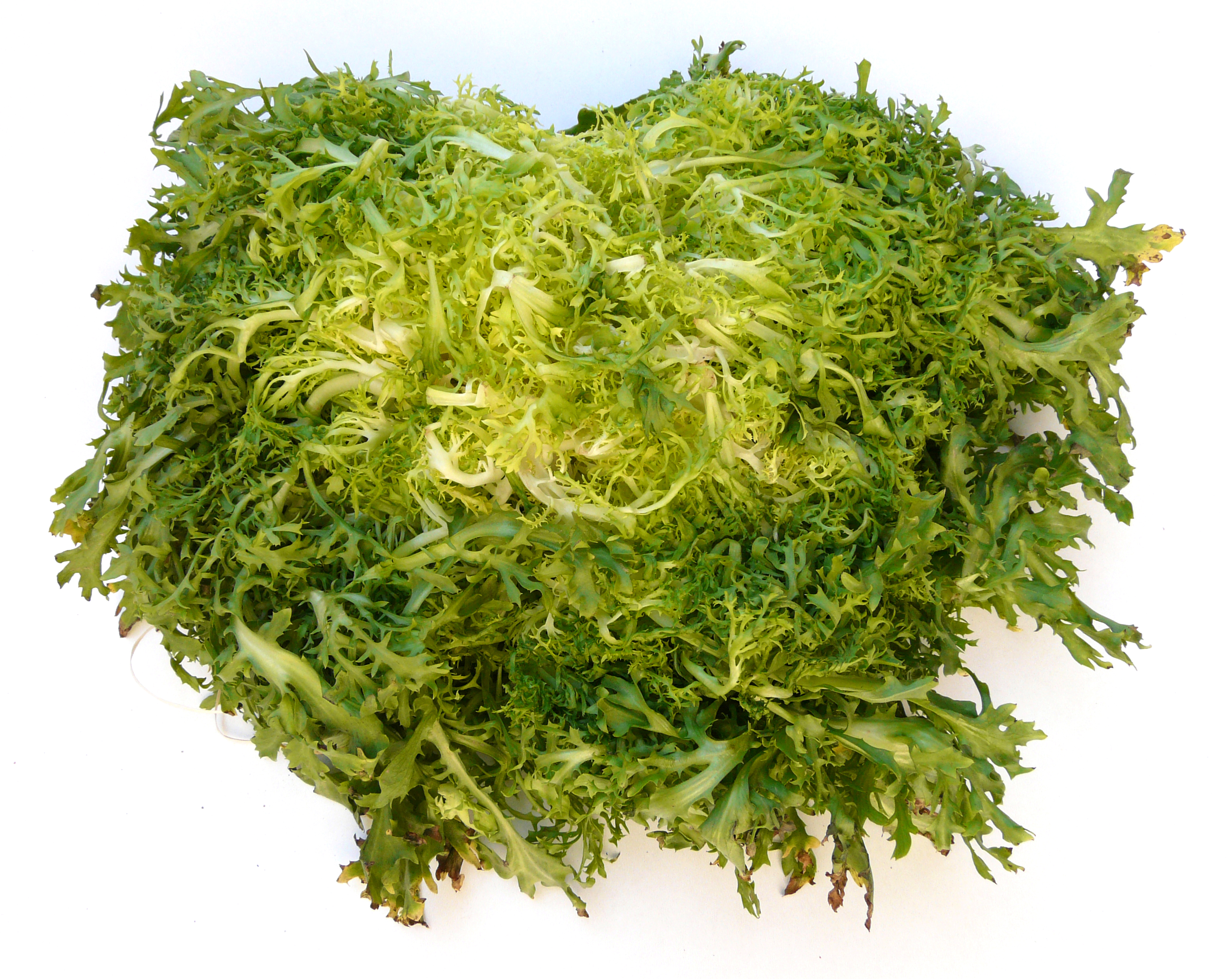
Friséesalat
Gemüse-Gänsedistel
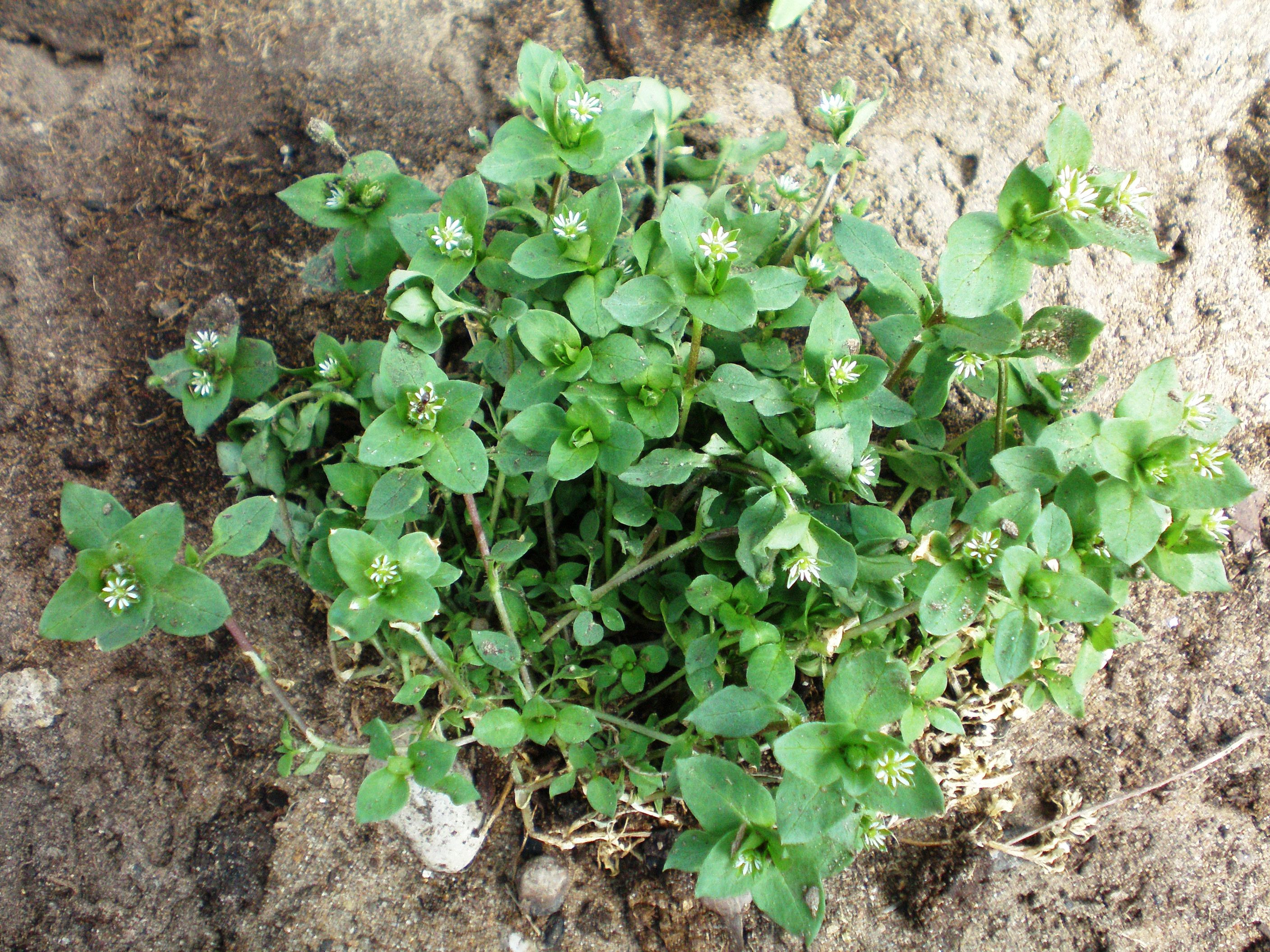
Gewöhnliche Vogelmiere
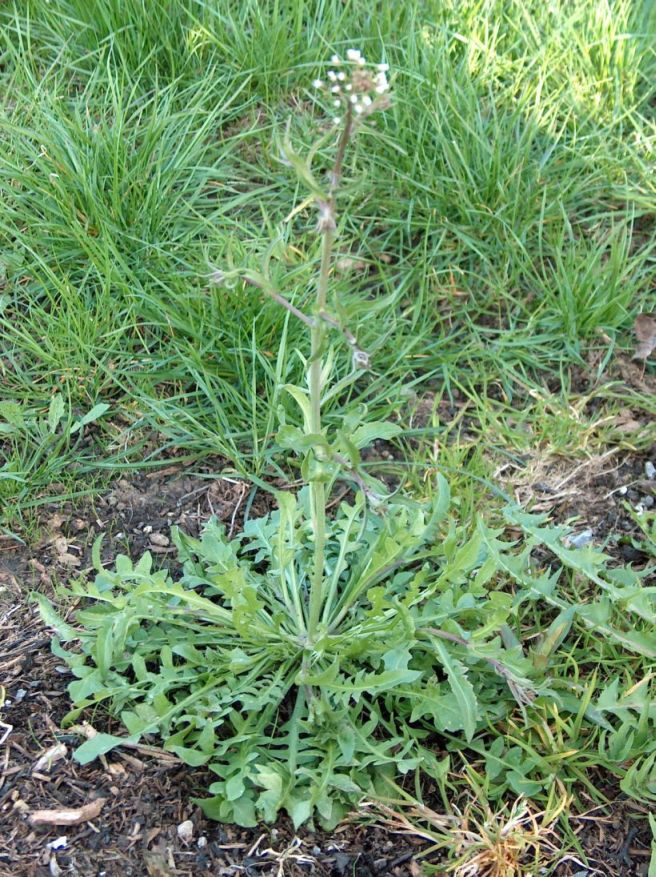
Gewöhnliches Hirtentäschel
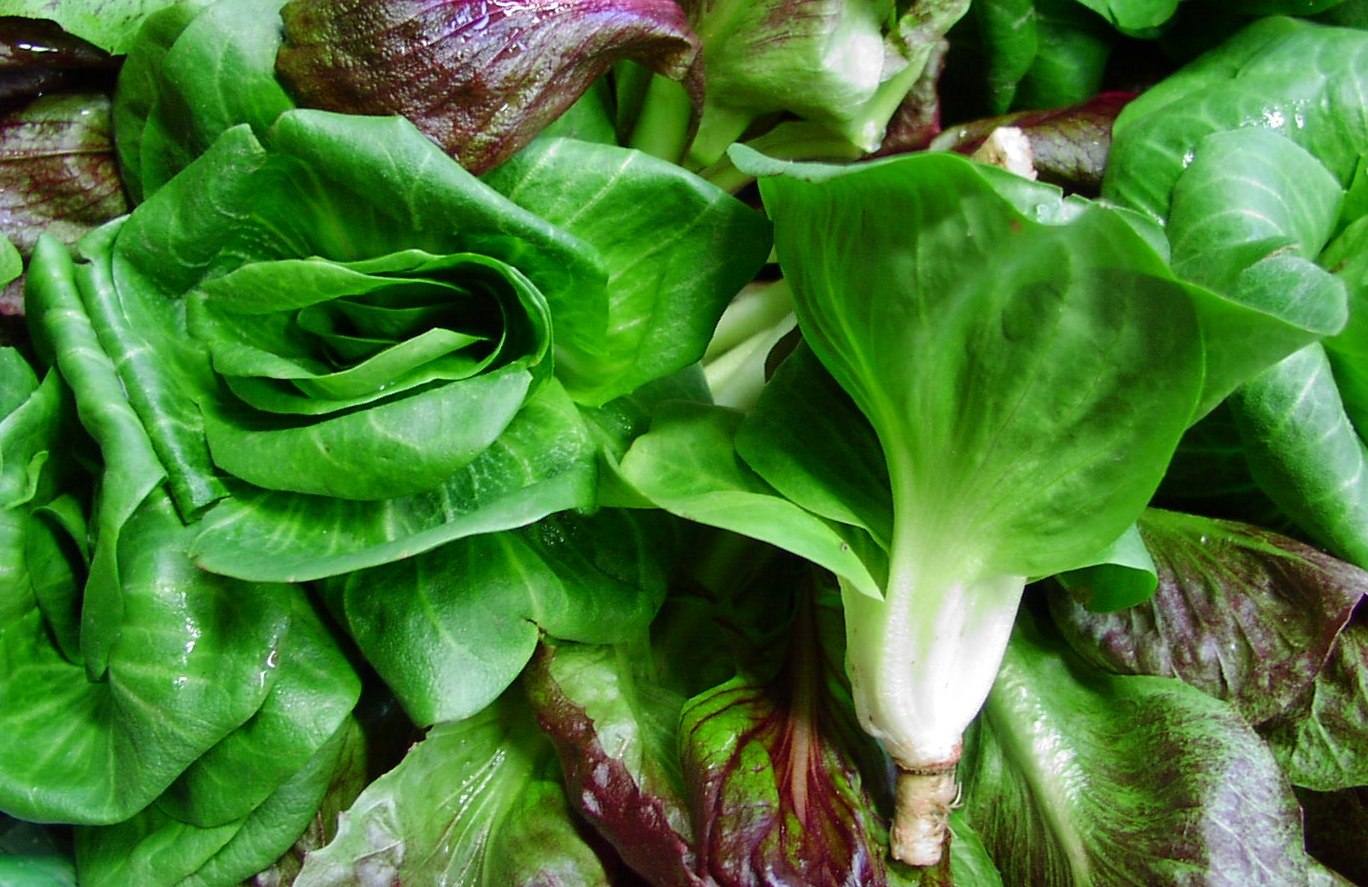
Grumolo (Rosettenzichorie, Cicorino verde) (auch rot)
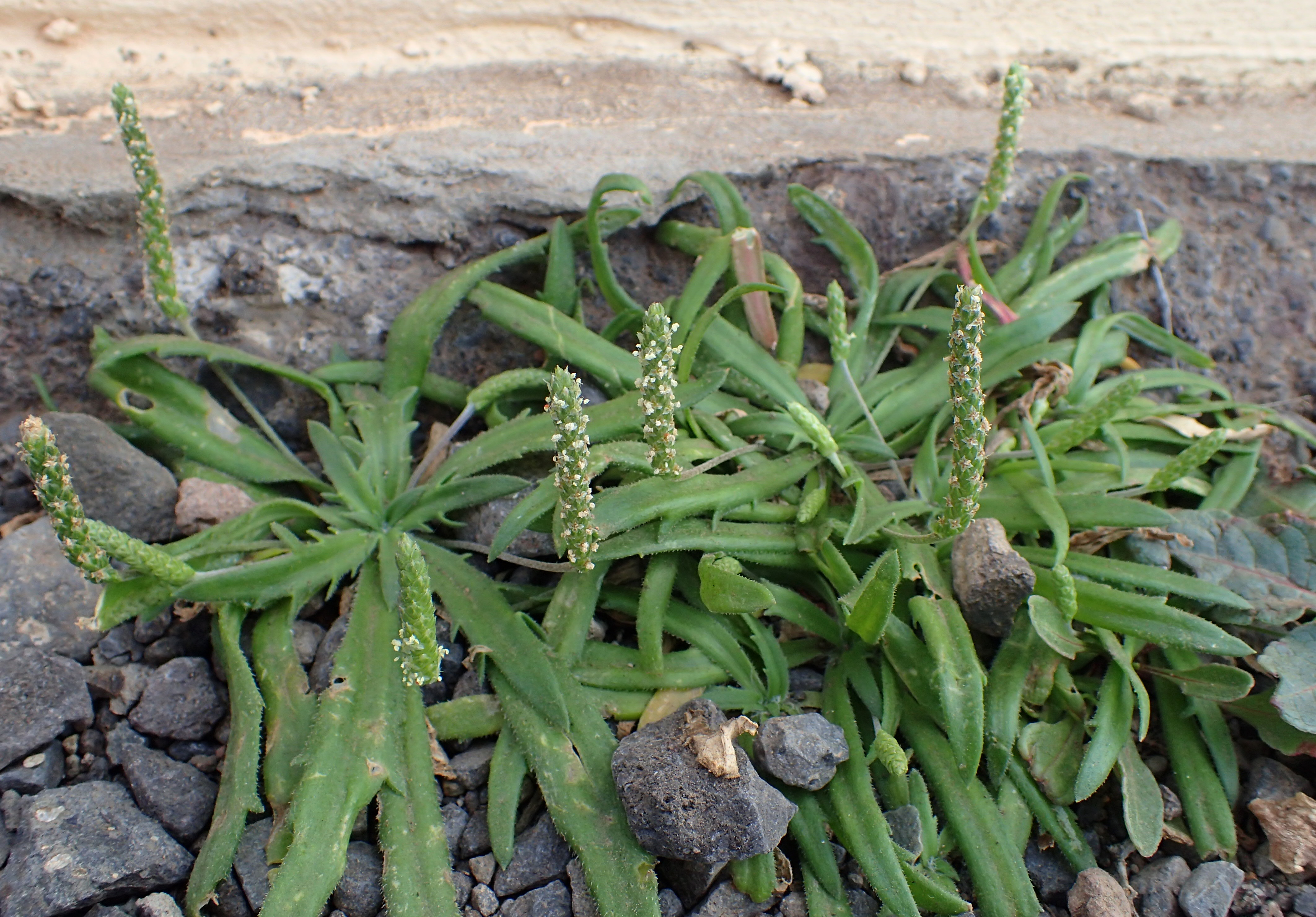
Hirschhornsalat
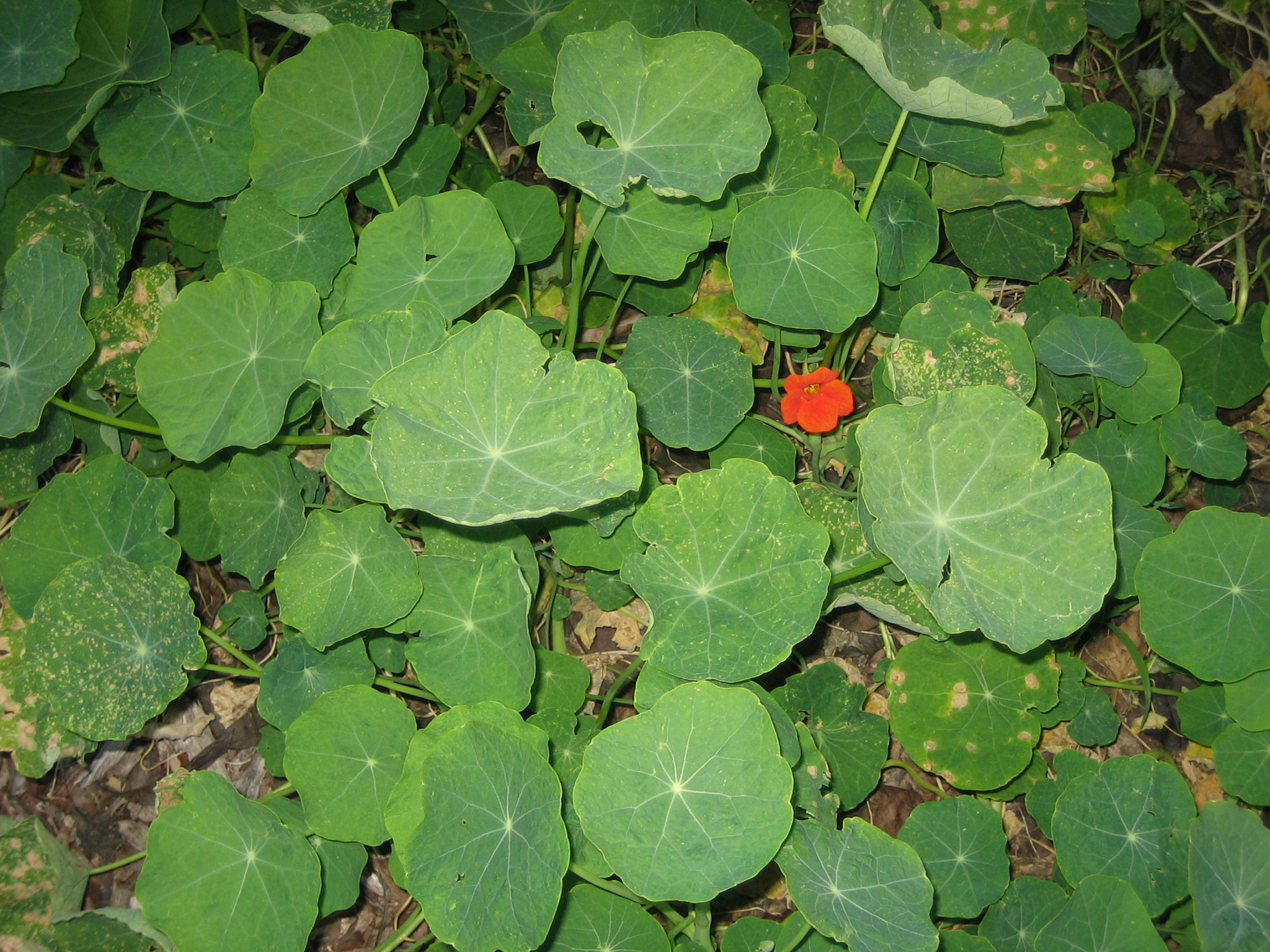
Kapuzinerkresse (auch Tropaeolum minus, Tropaeolum brasiliense) (Blätter, Blüten und junge Früchte)
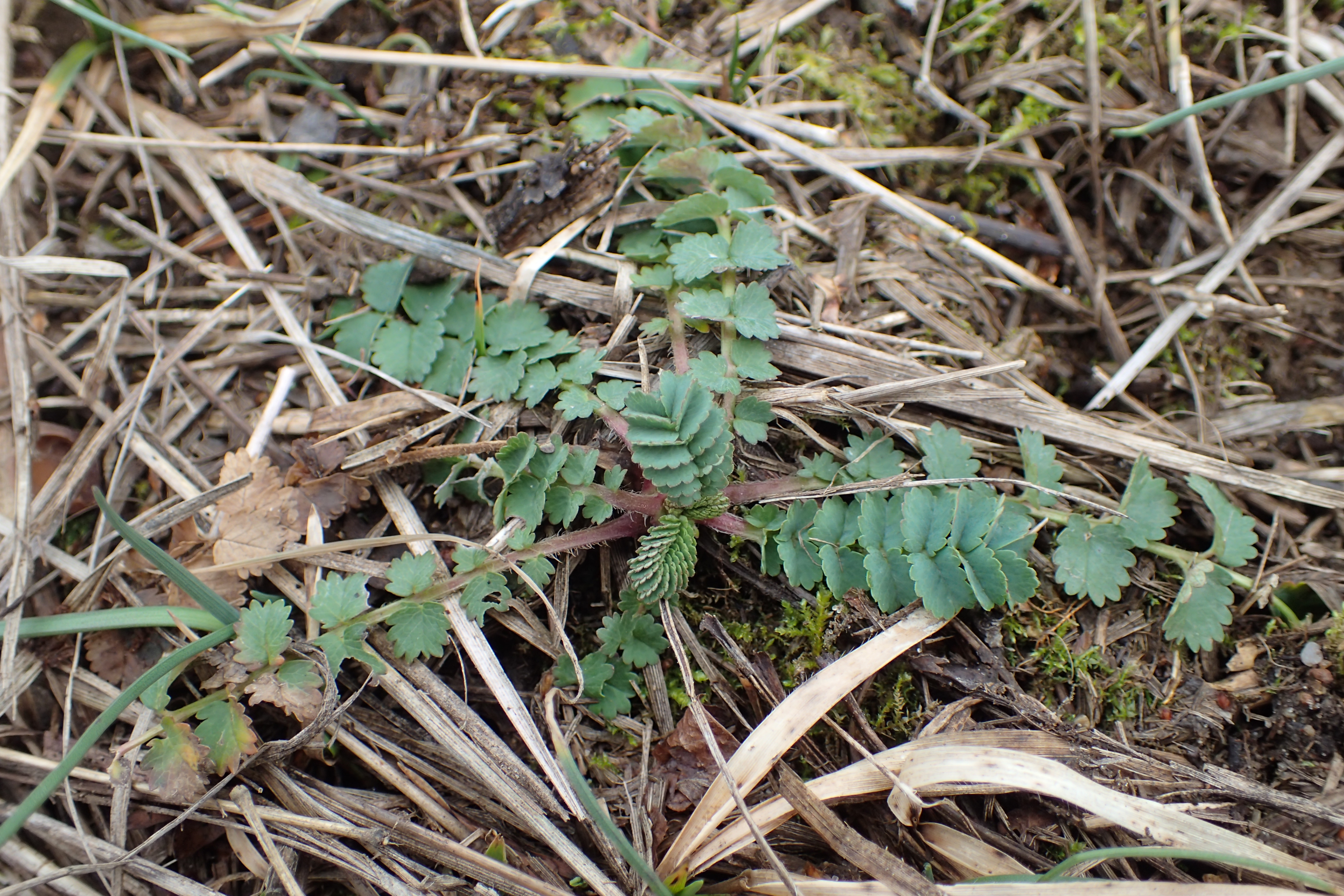
Kleiner Wiesenknopf (auch als Gemüse oder Gewürz) (seltener Großer Wiesenknopf)
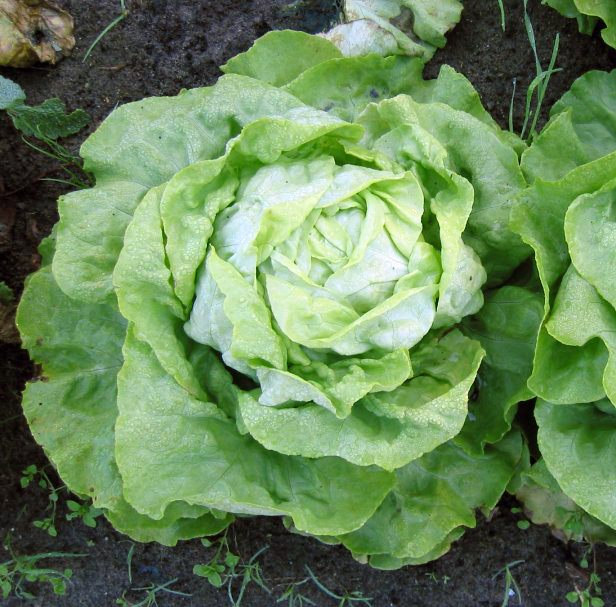
Kopfsalat (etwas krauser ist Batavia)
Kriechendes Fingerkraut
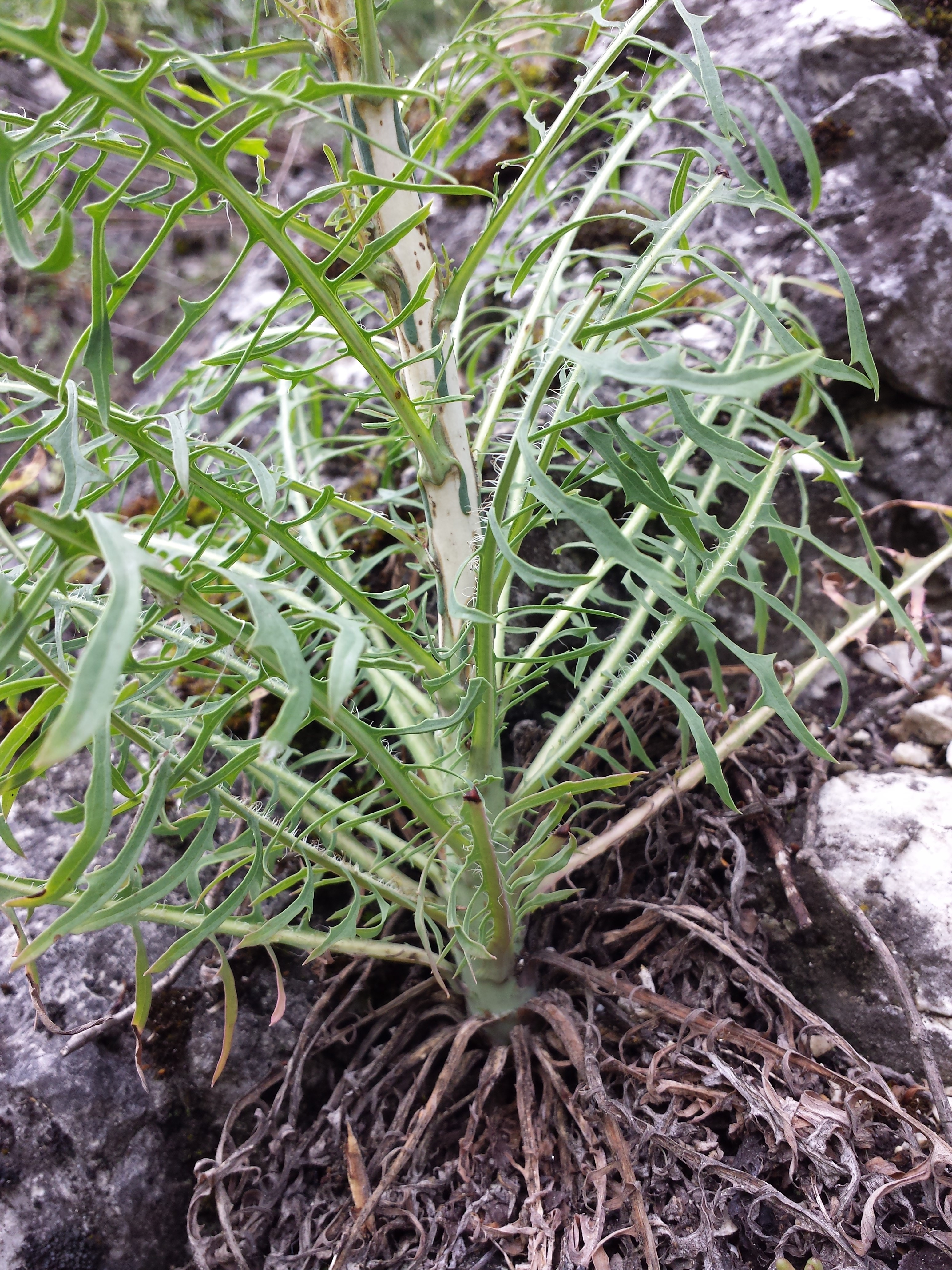
versch. Lattiche (Lactuca perennis, Lactuca serriola, Lactuca viminea, Lactuca indica)
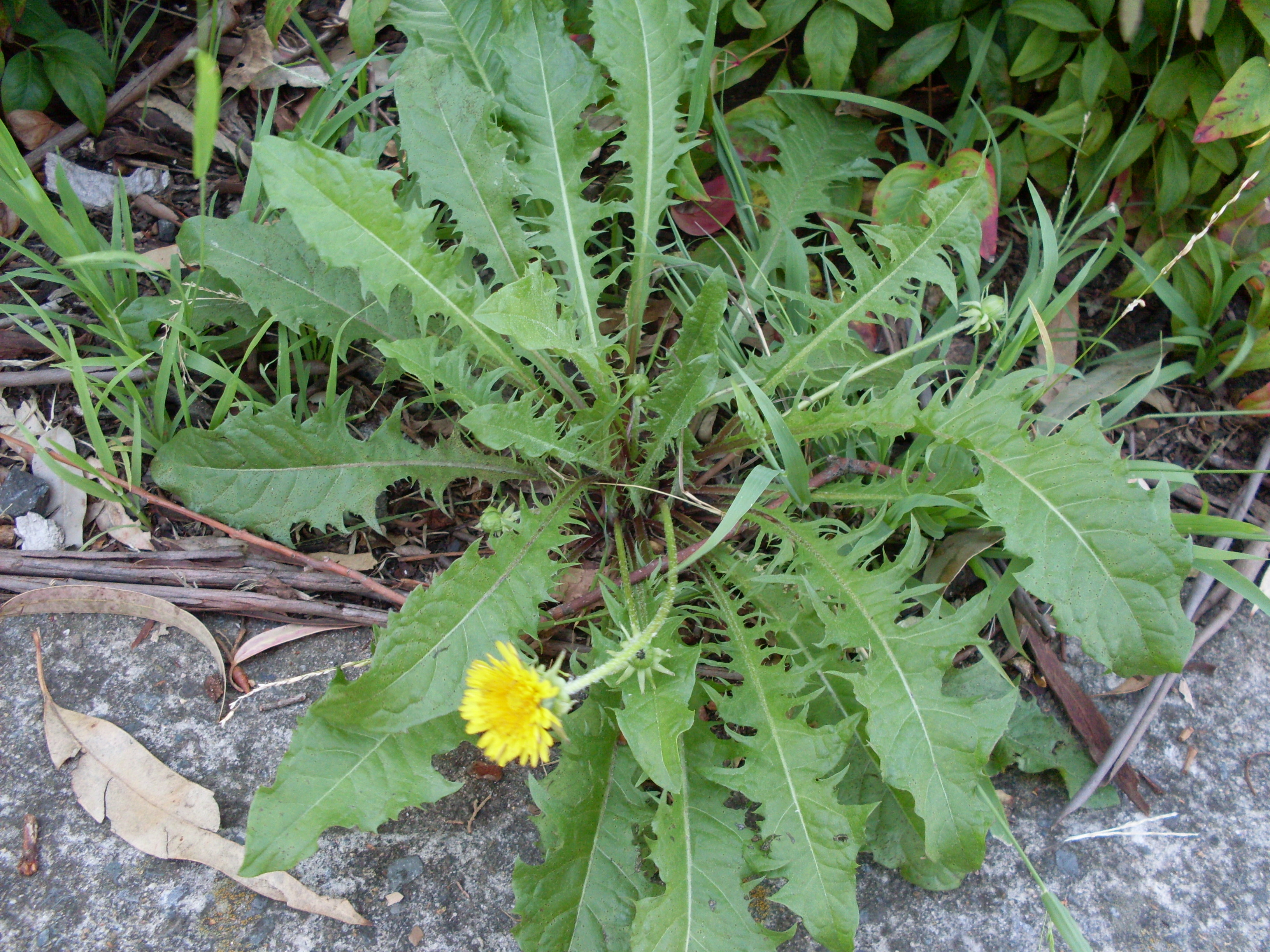
Löwenzahn (versch. Löwenzahn-Arten)
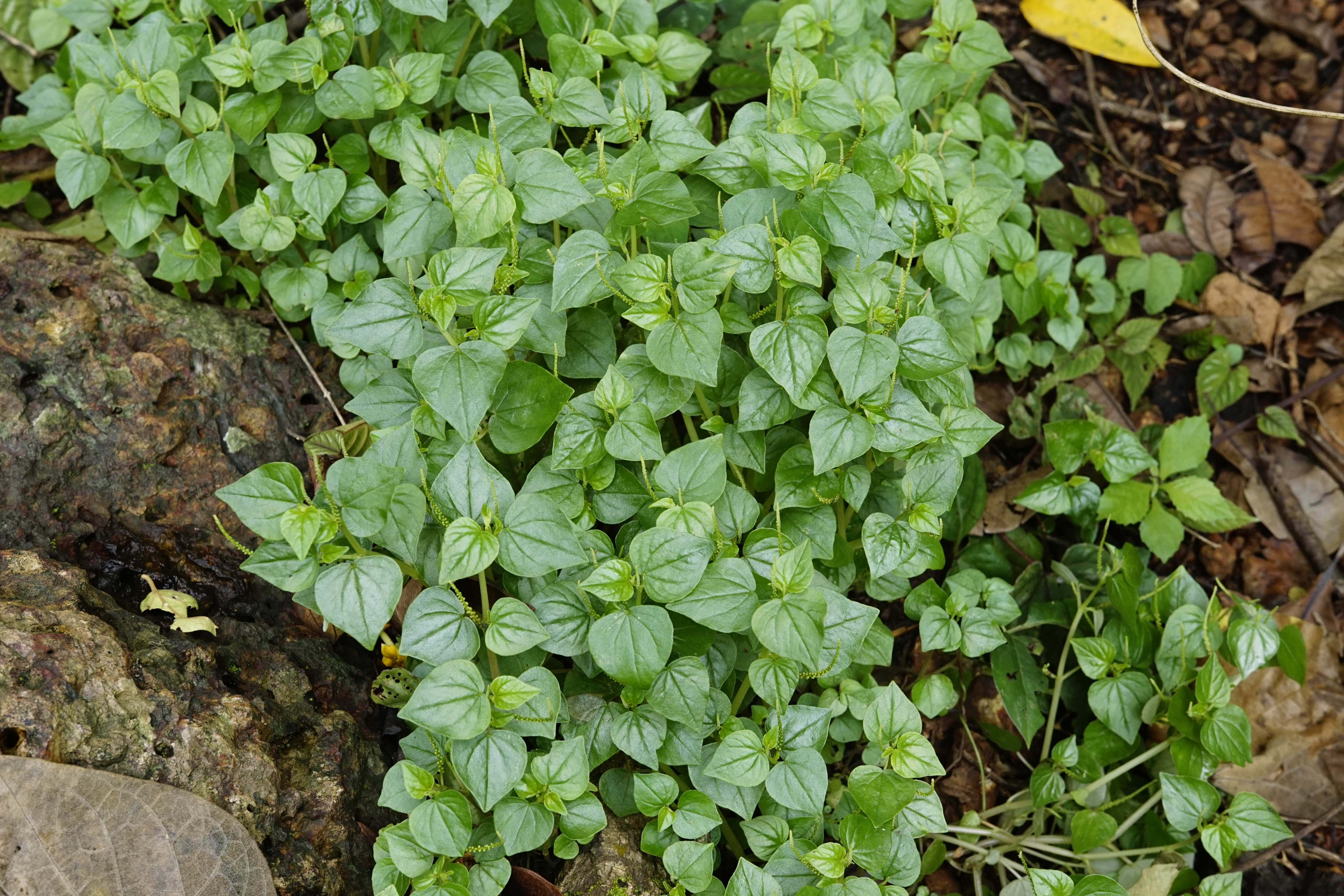
Peperomia pellucida (auch als Gemüse)
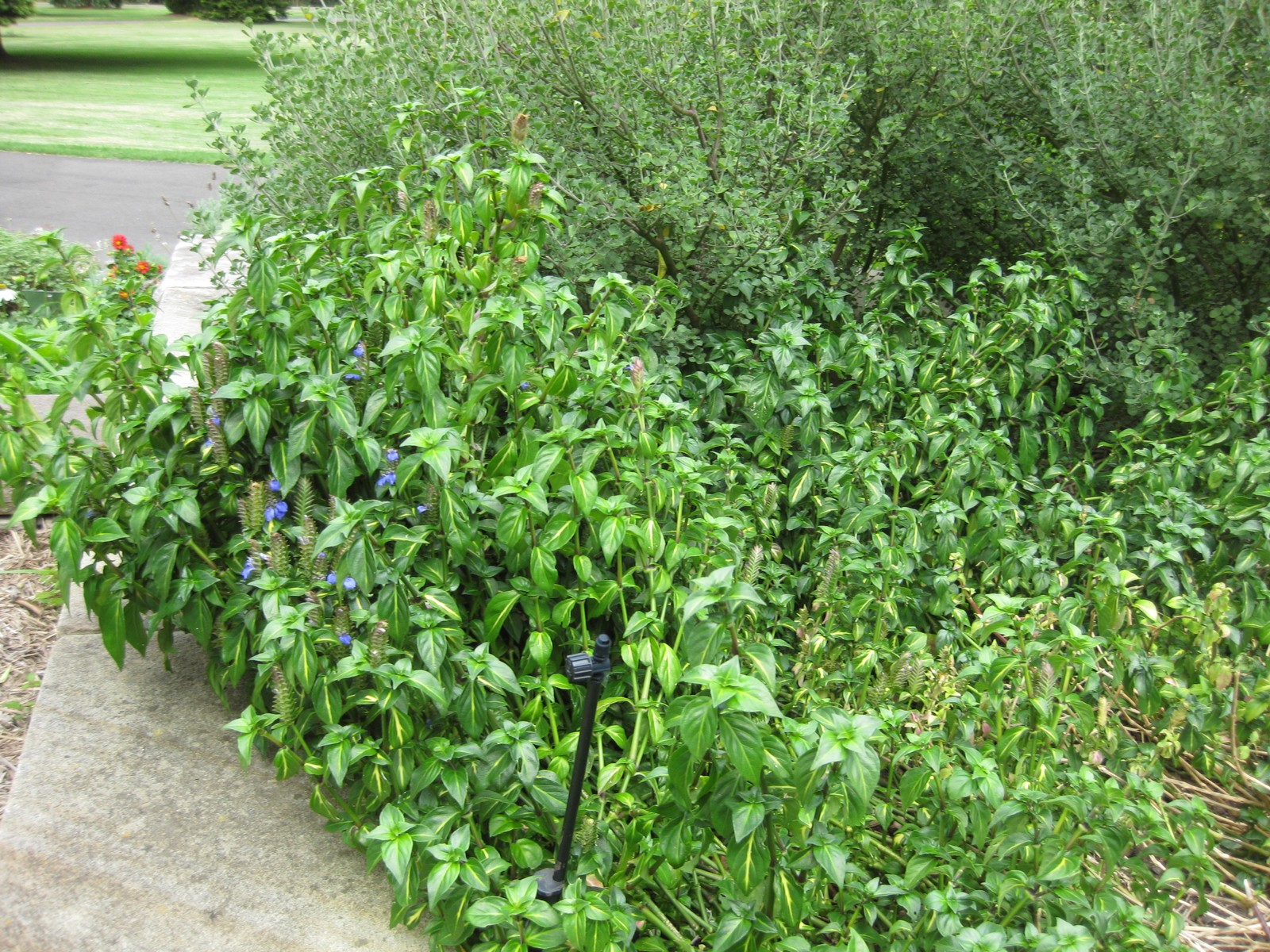
Pilzkraut
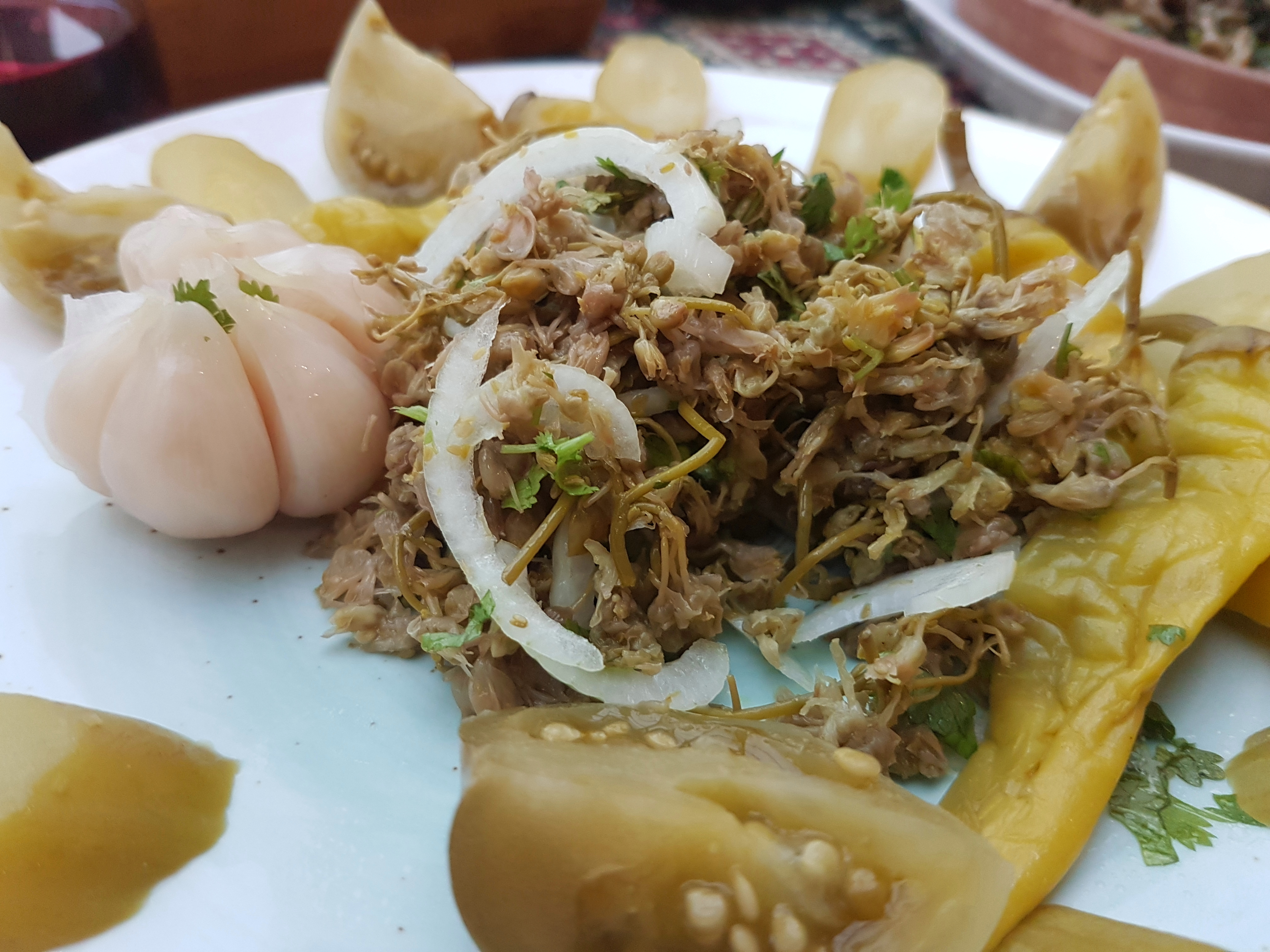
Pimpernuss (junger, eingelegter Blütenstand) (Kolchische Pimpernuss und Gemeine Pimpernuss)
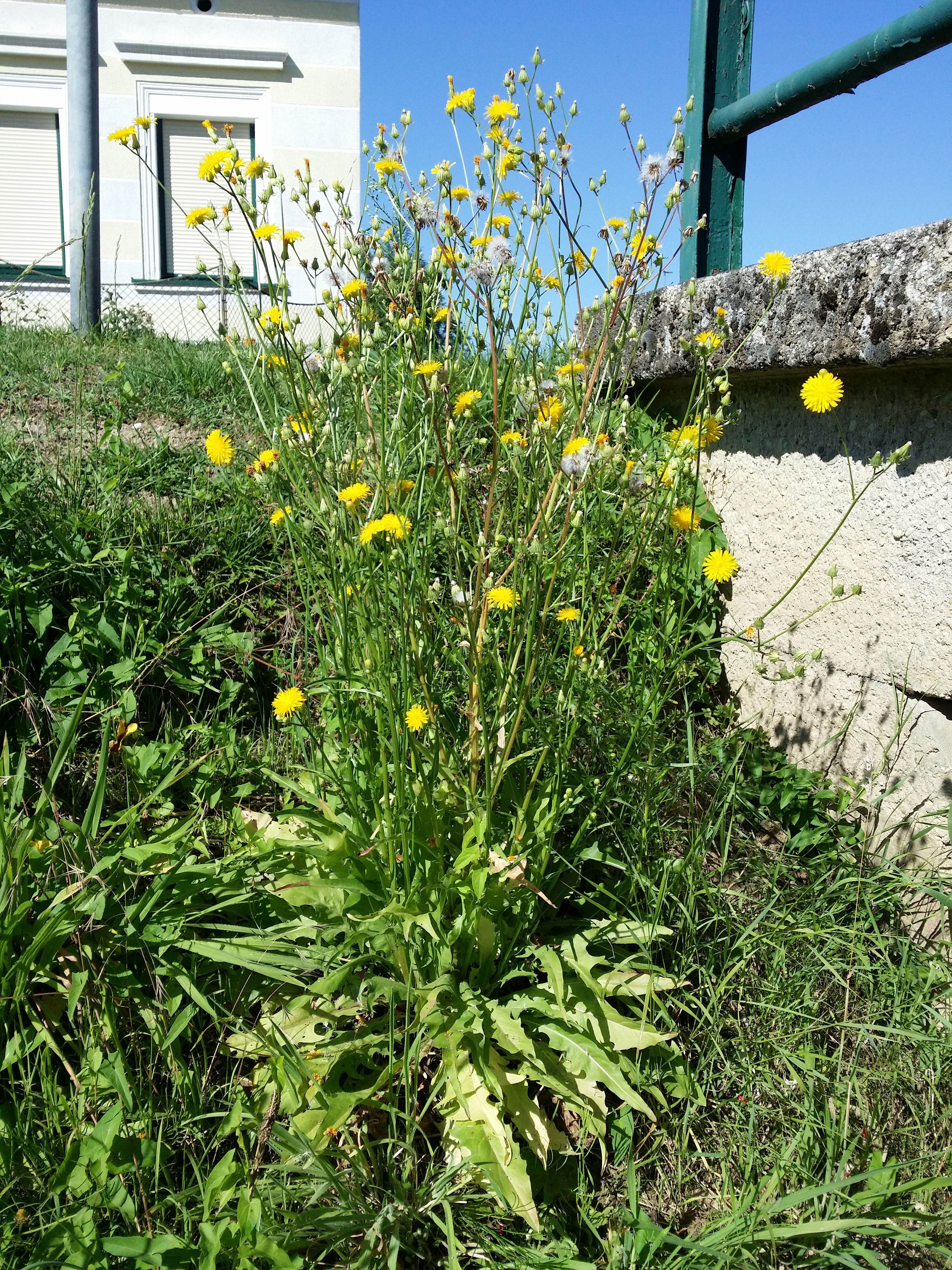
Pippau (Wiesen-Pippau, Kleinköpfiger Pippau) (auch als Gemüse)
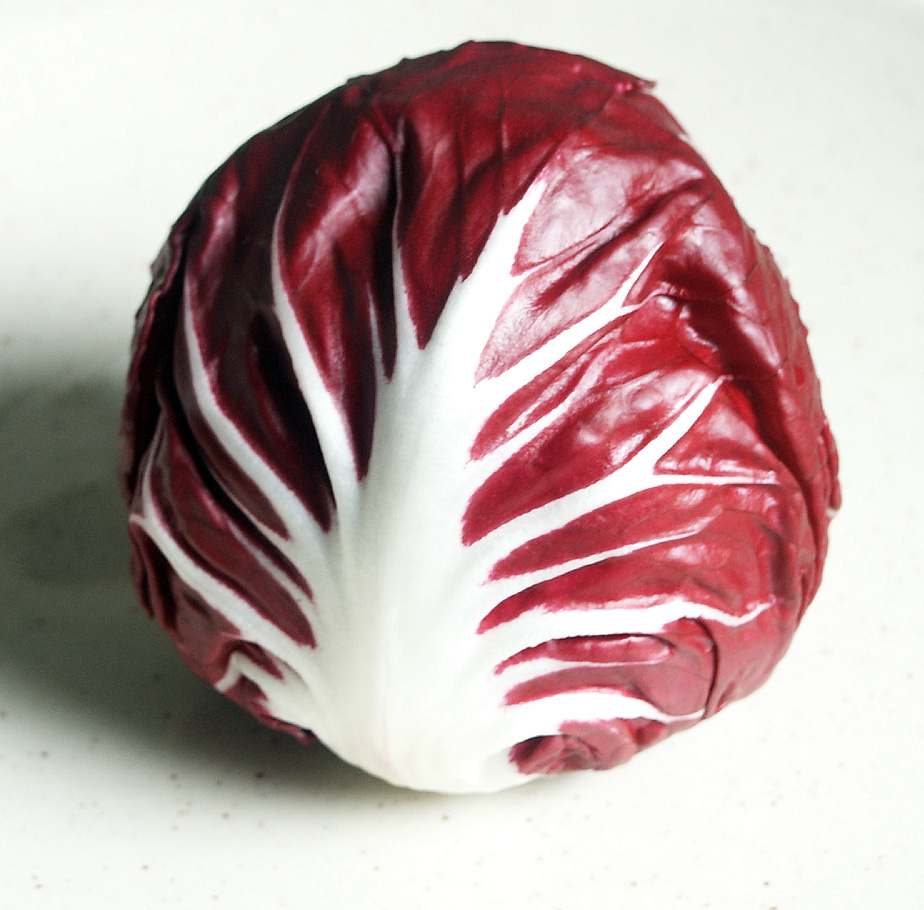
Radicchio (Cicorino rosso)
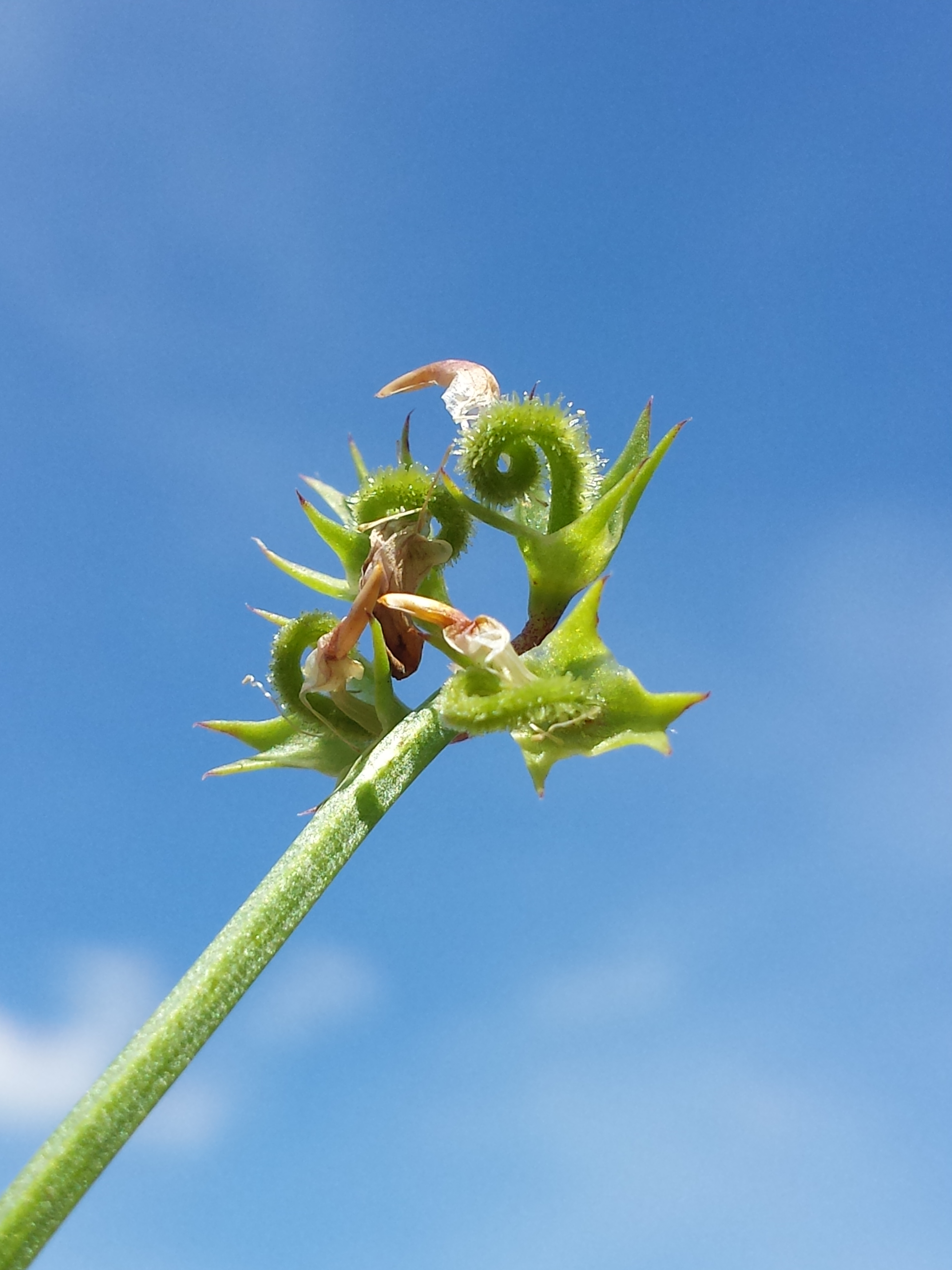
Raupenblume
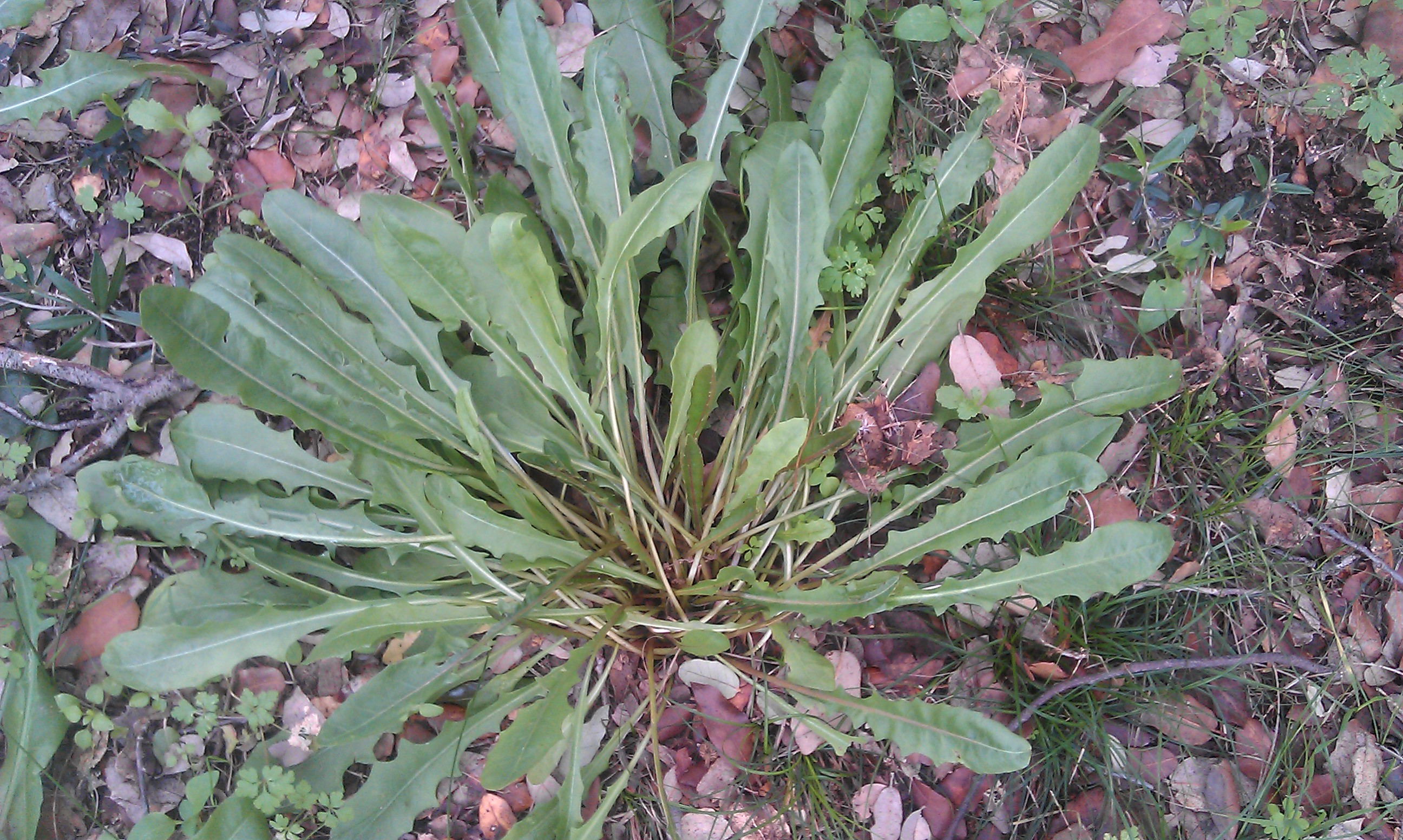
Reichardia picroides
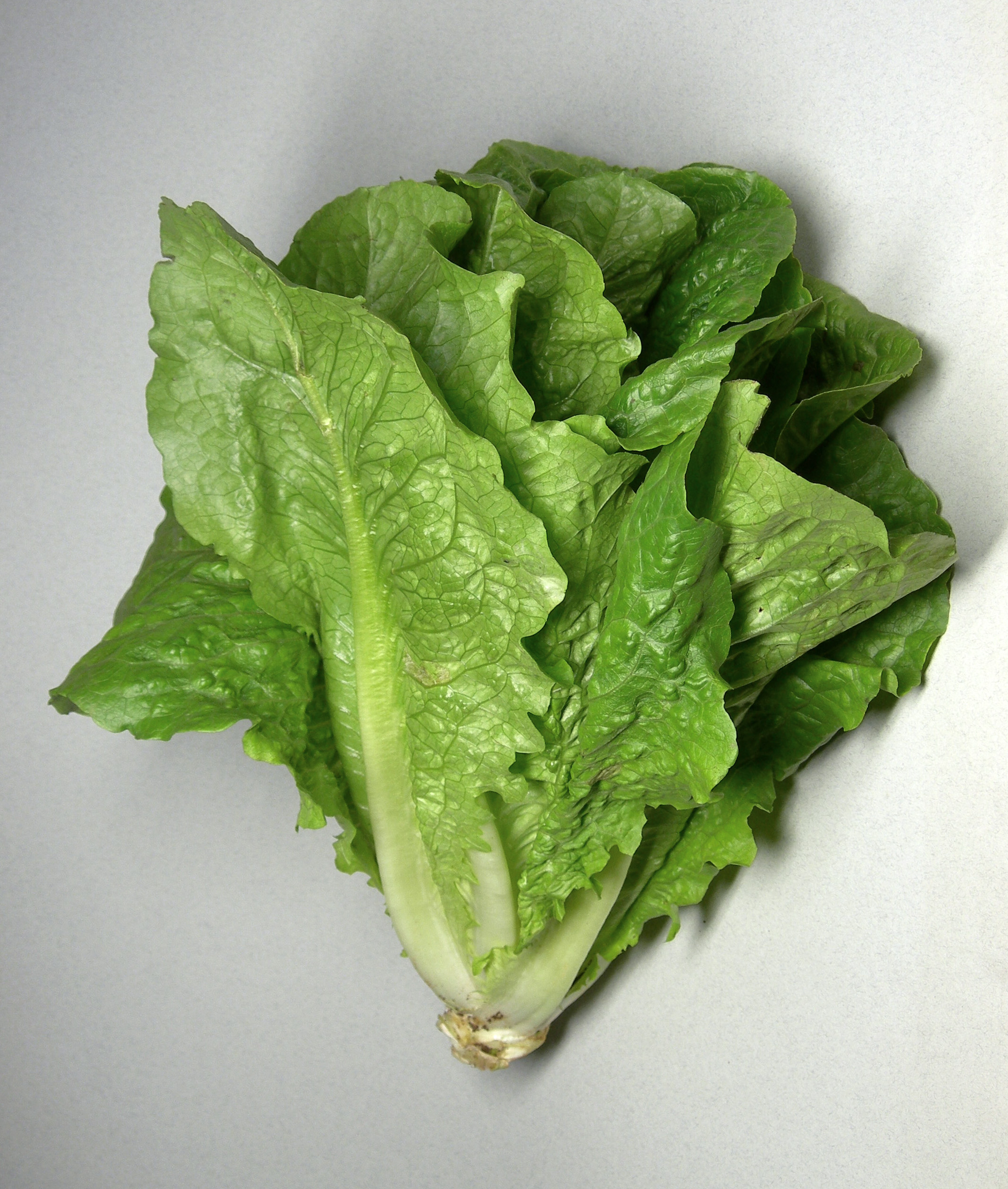
Römersalat (Kochsalat, Lattich)
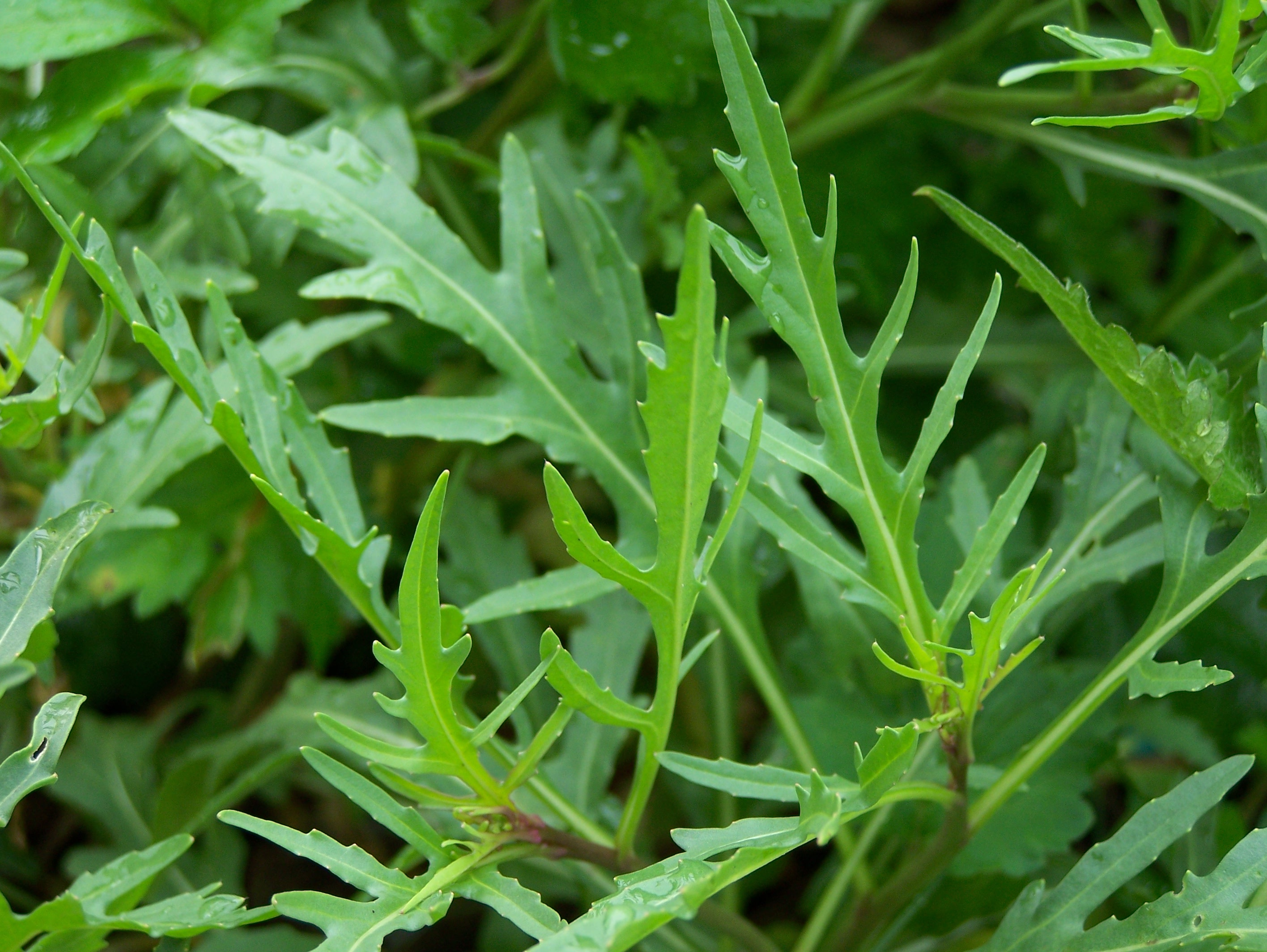
Rucola
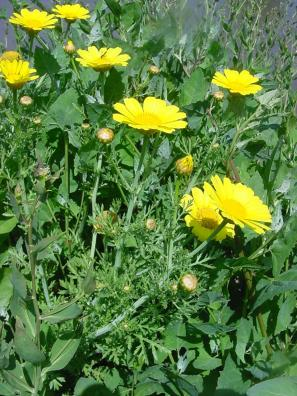
Salatchrysantheme
Schnittsalat (Lollo bionda)
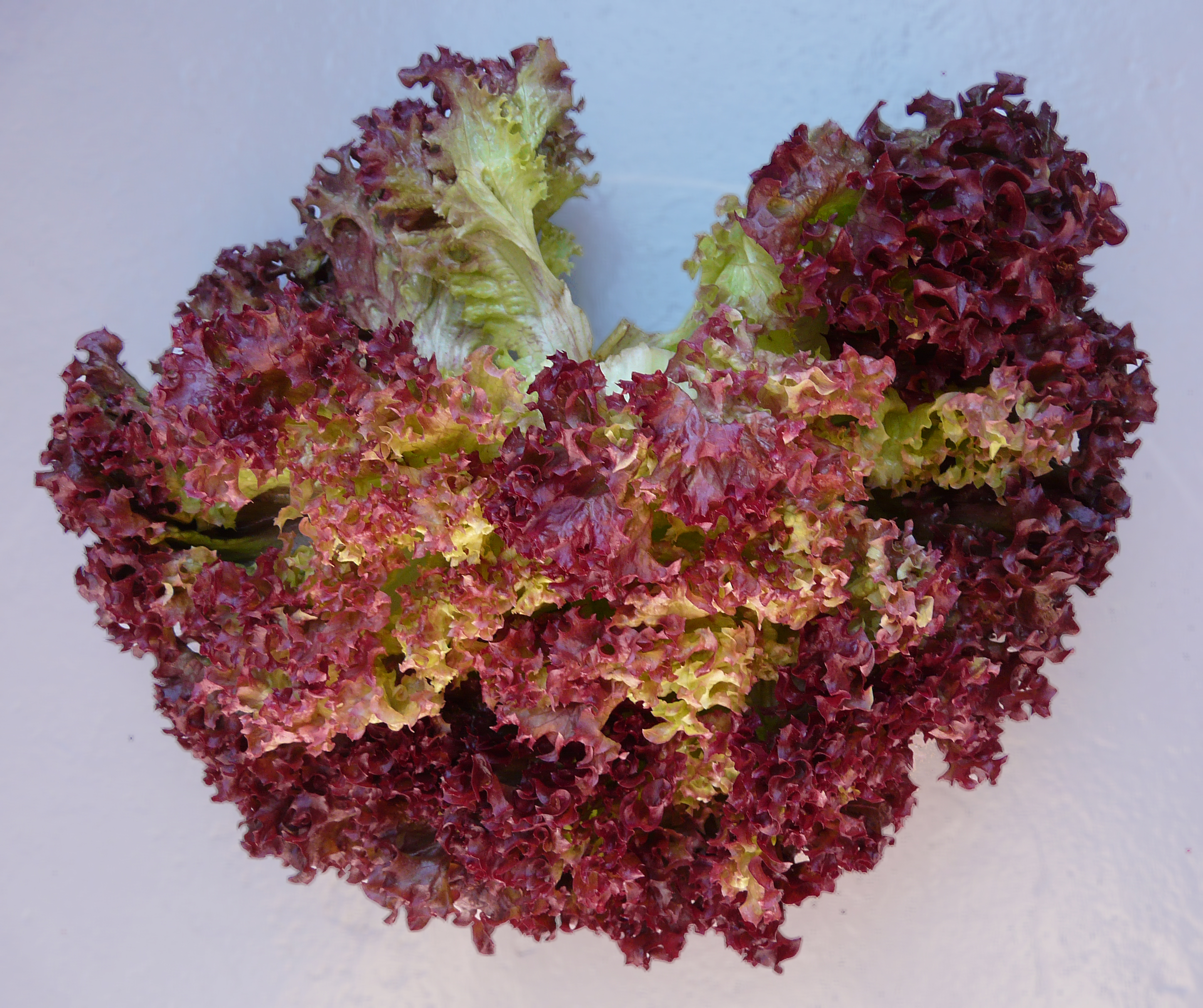
Schnittsalat (Lollo rosso)
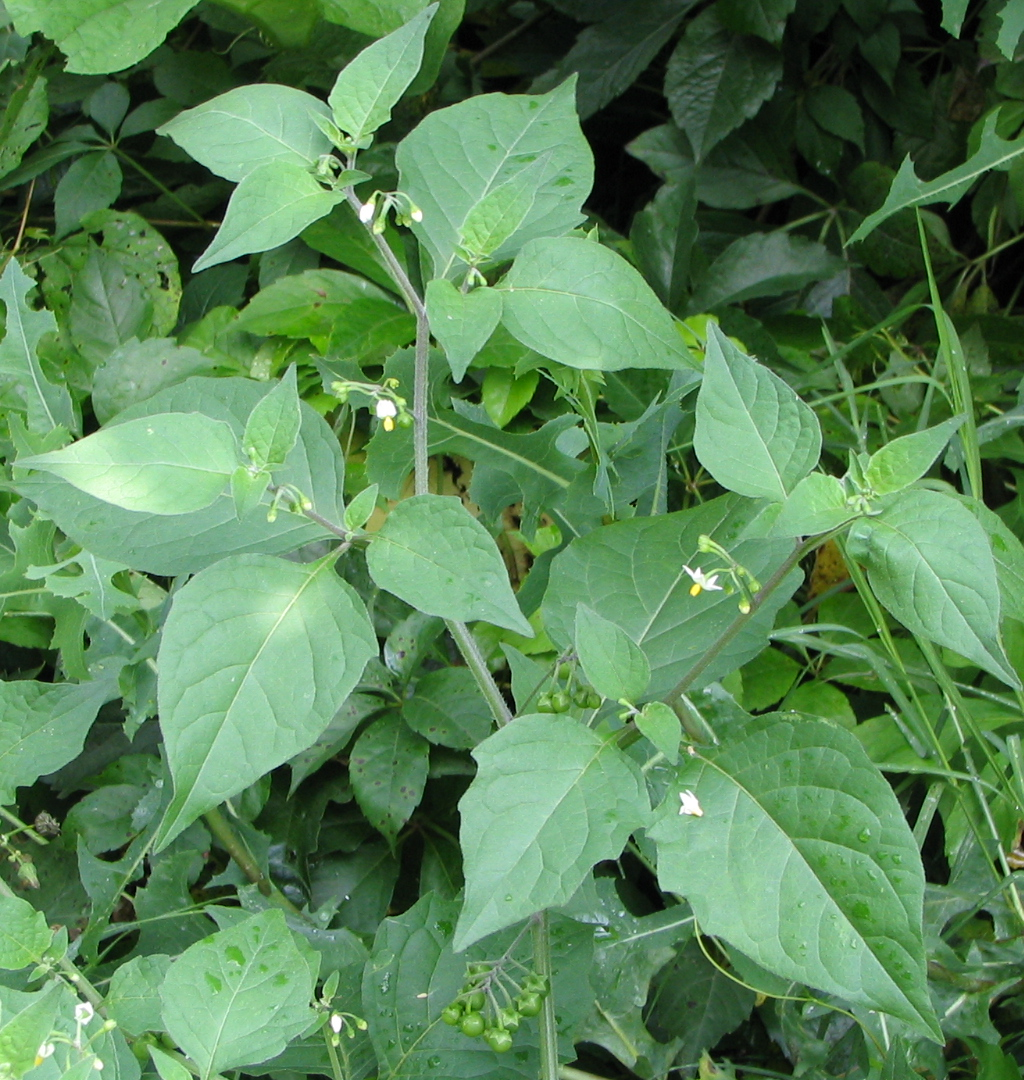
Schwarzer Nachtschatten (gedünstet)
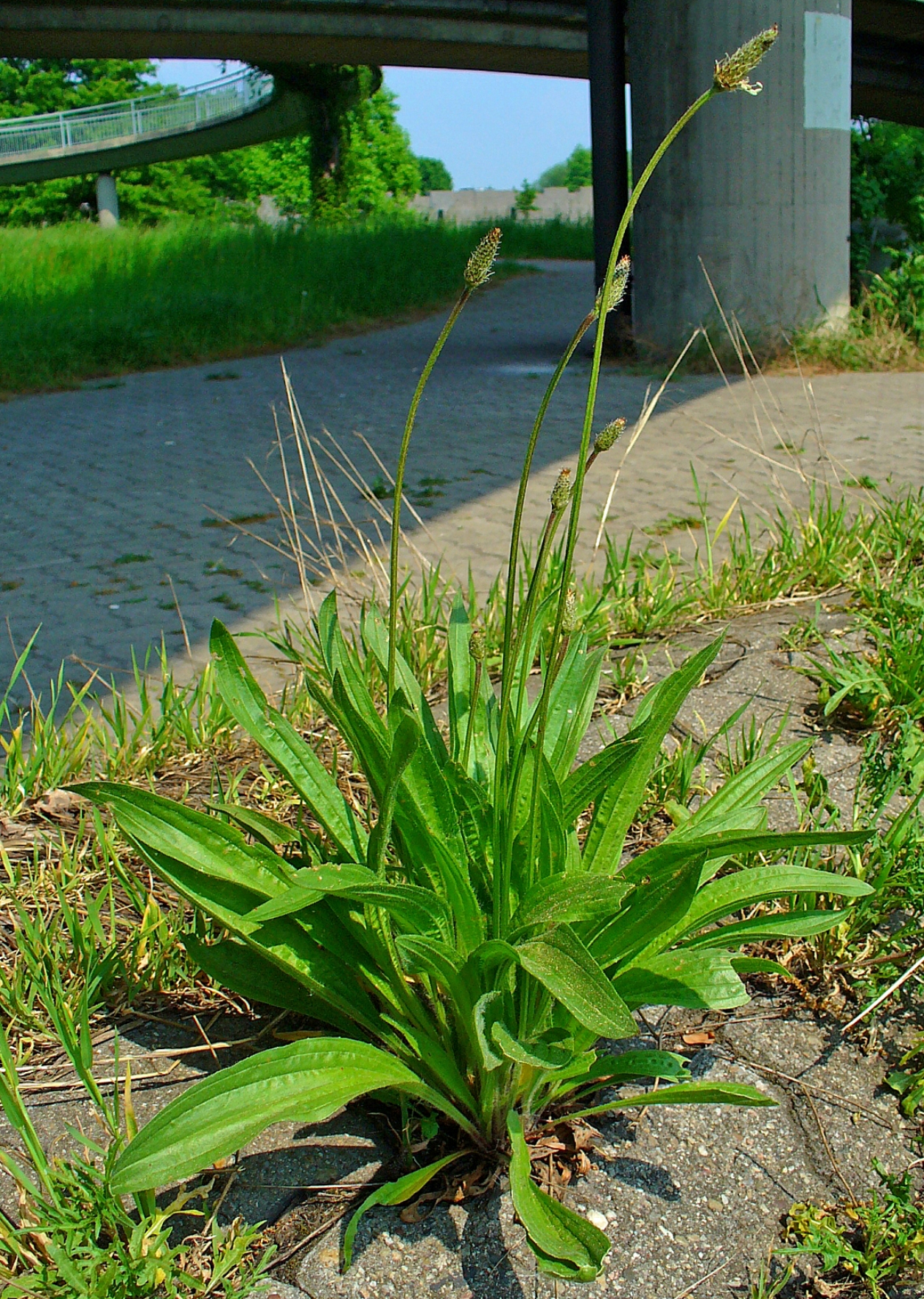
Spitzwegerich, Breitwegerich
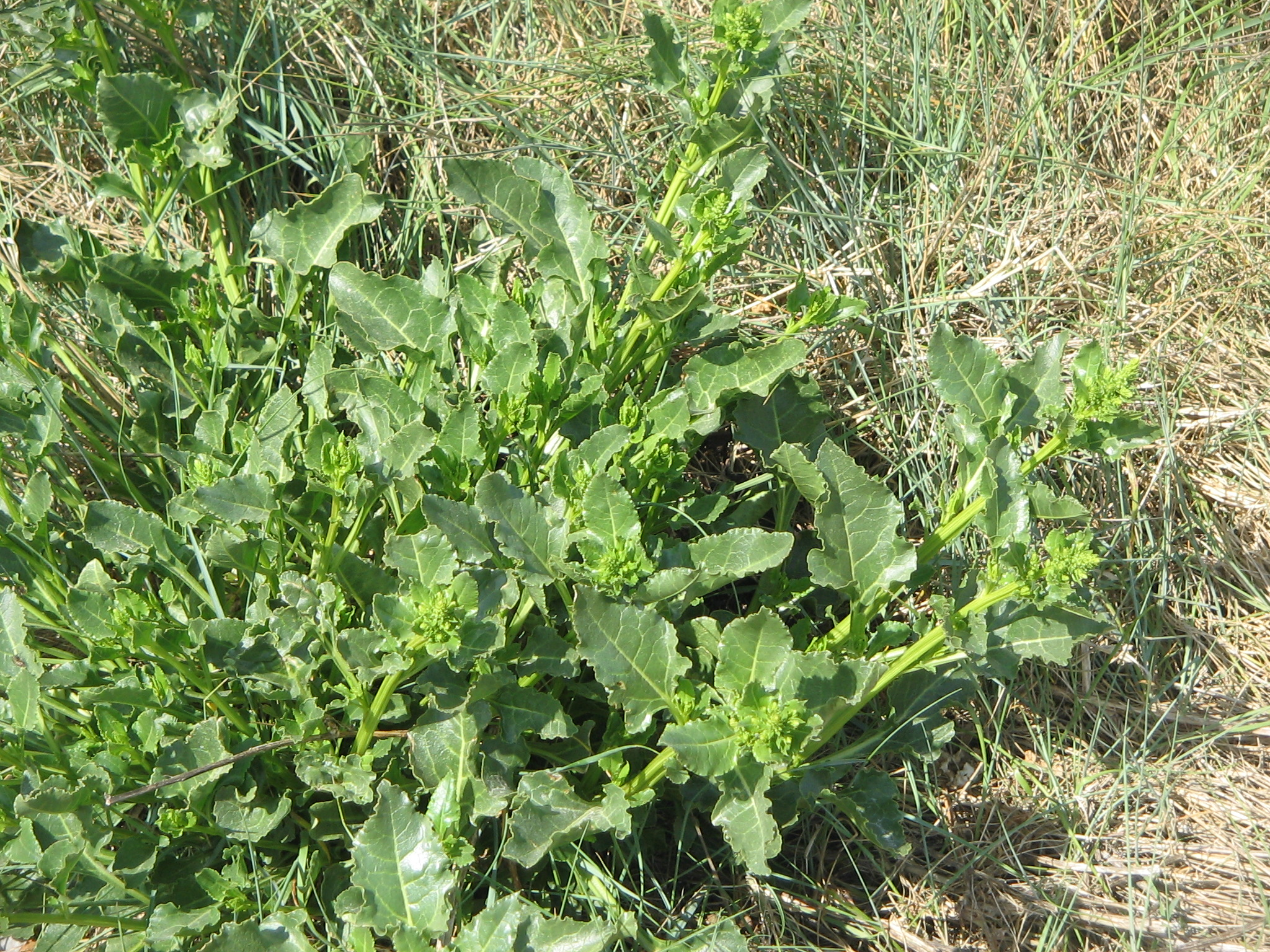
Wilde Rübe

## Samen und Nüsse

### Samen

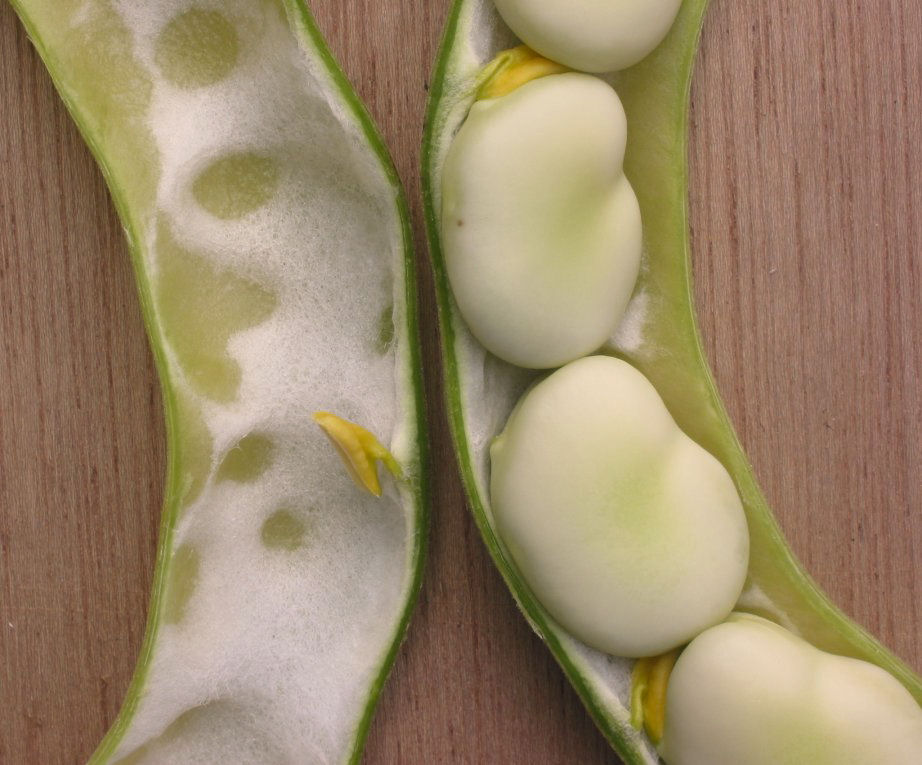
Ackerbohne (Saubohne)
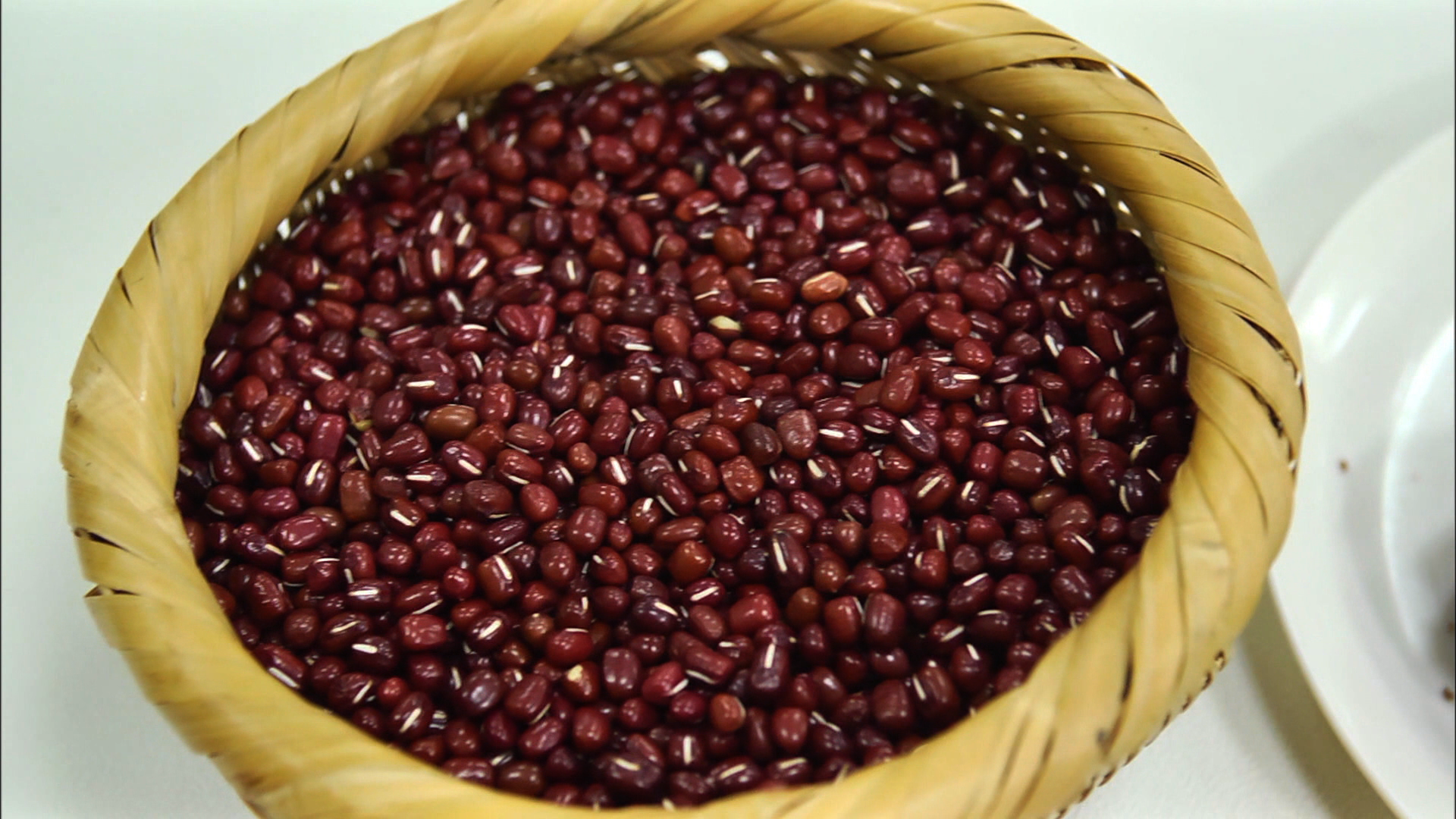
Adzukibohne
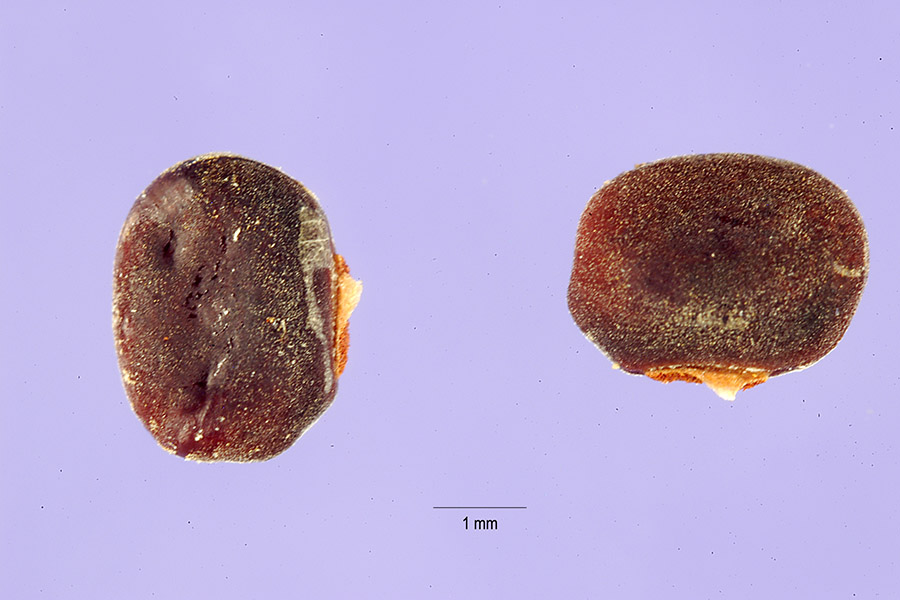
Afrikanische Yambohne (auch die Knollen; nicht im Bild)
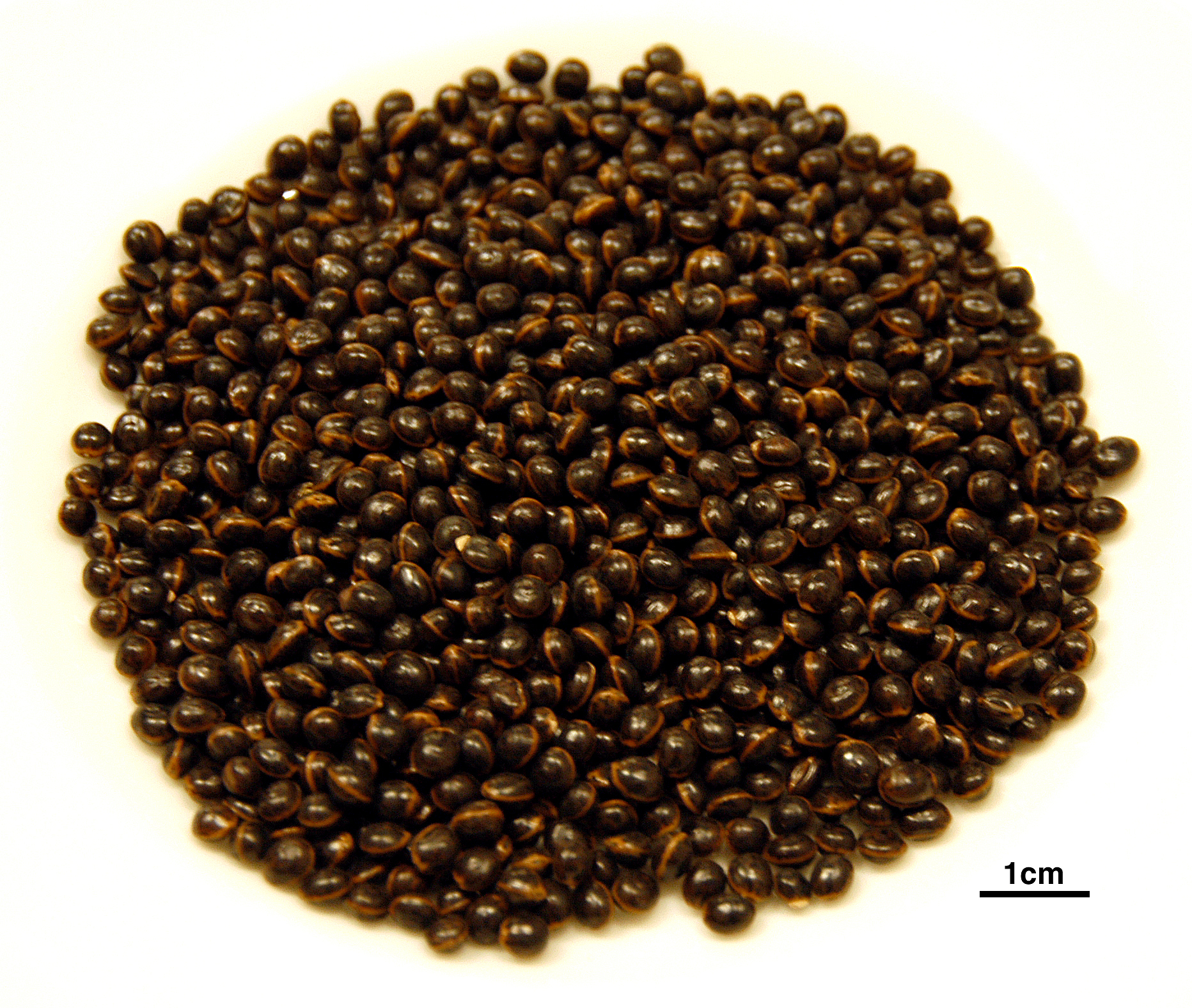
Akaziensamen (Wattleseed) versch. Acacia und Vachellia-Arten
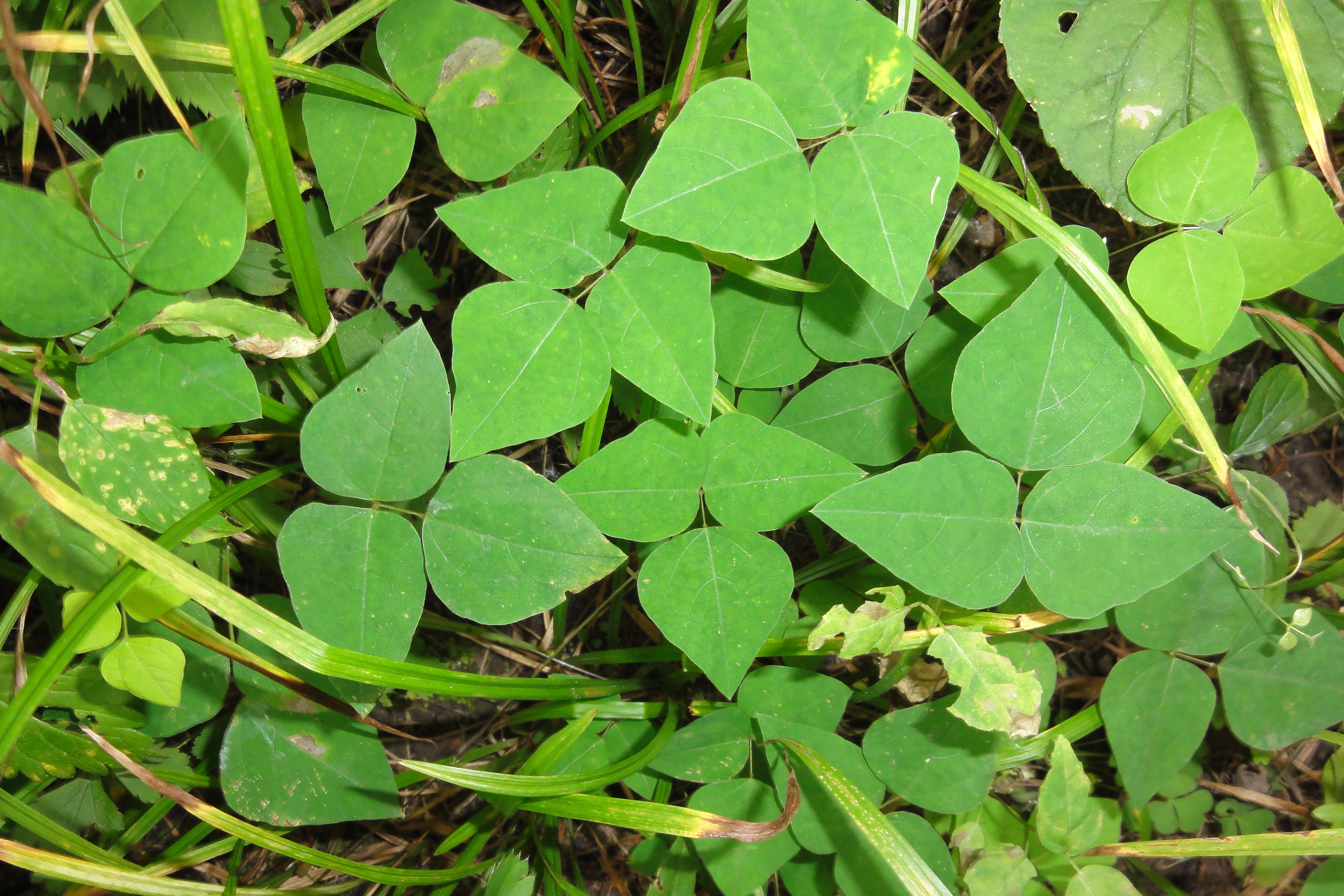
Amphicarpaea bracteata (Schweine Erdnuss, Erdbohne) (es werden über- und unterirdische Frücht ausgebildet; nicht im Bild)
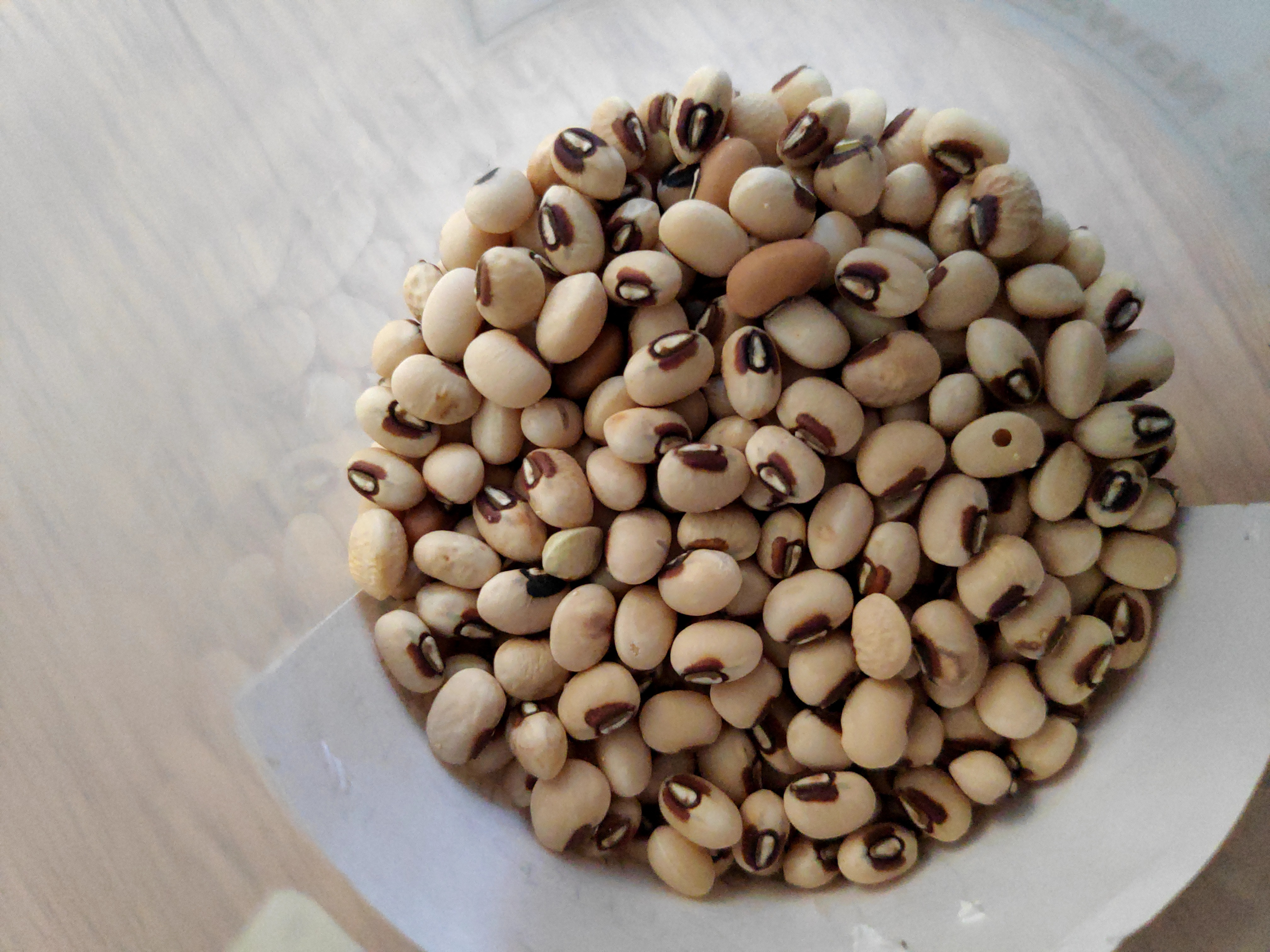
Augenbohne (mehrere Sorten)
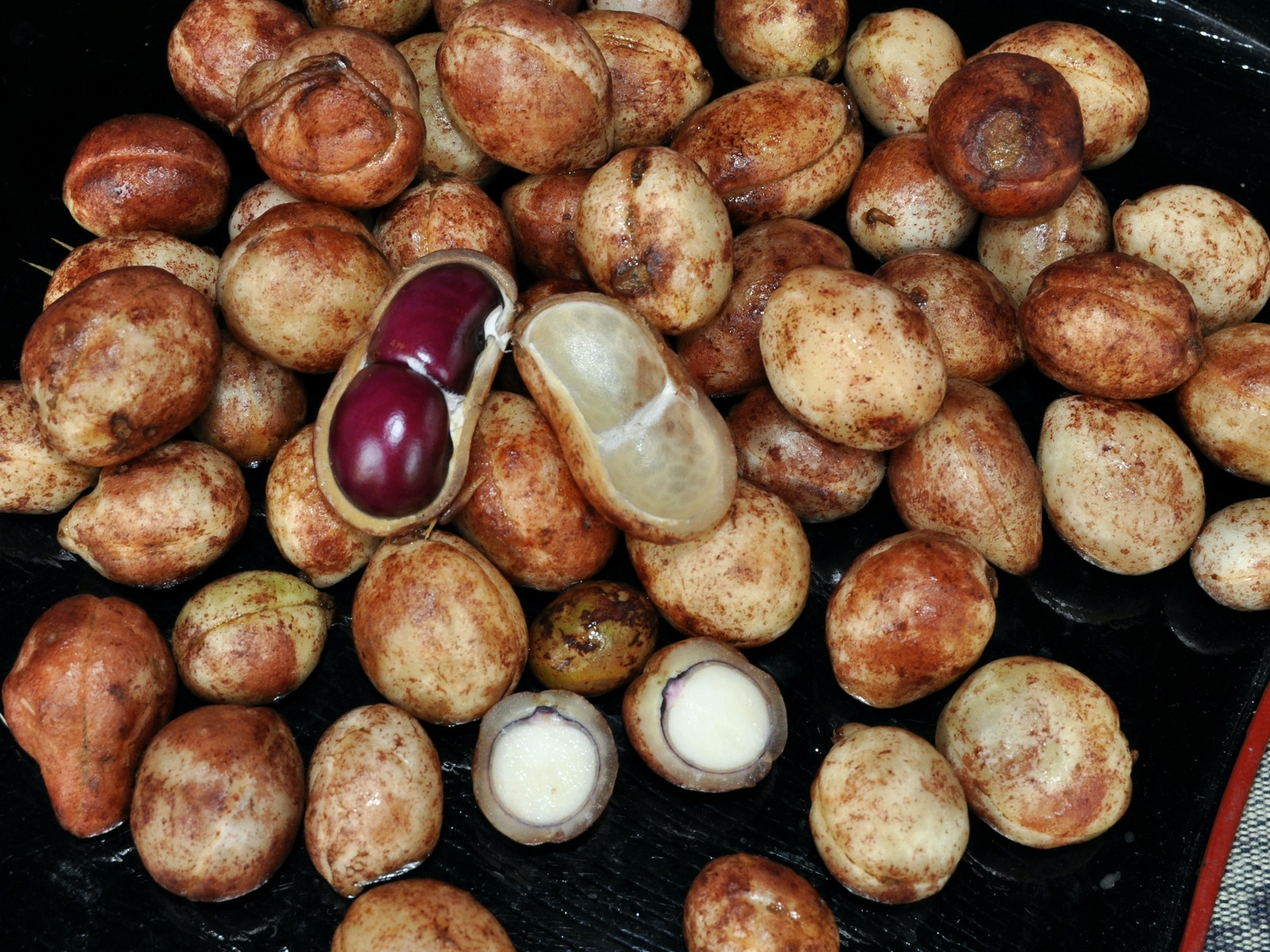
Bambara-Erdnuss oder die ähnliche Erdbohne
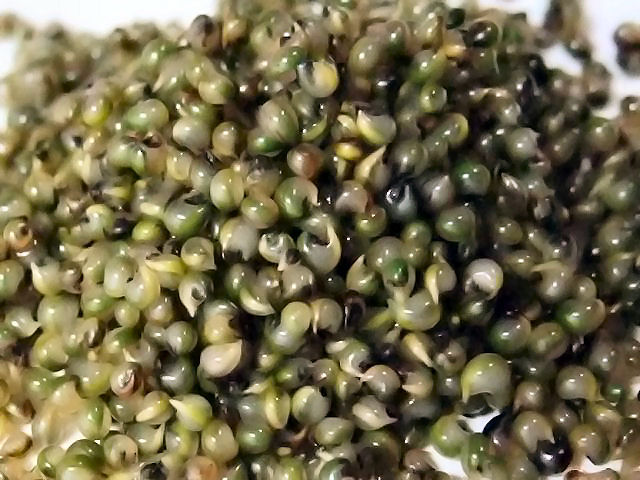
Besen-Radmelde (Tomburi, Landkaviar)
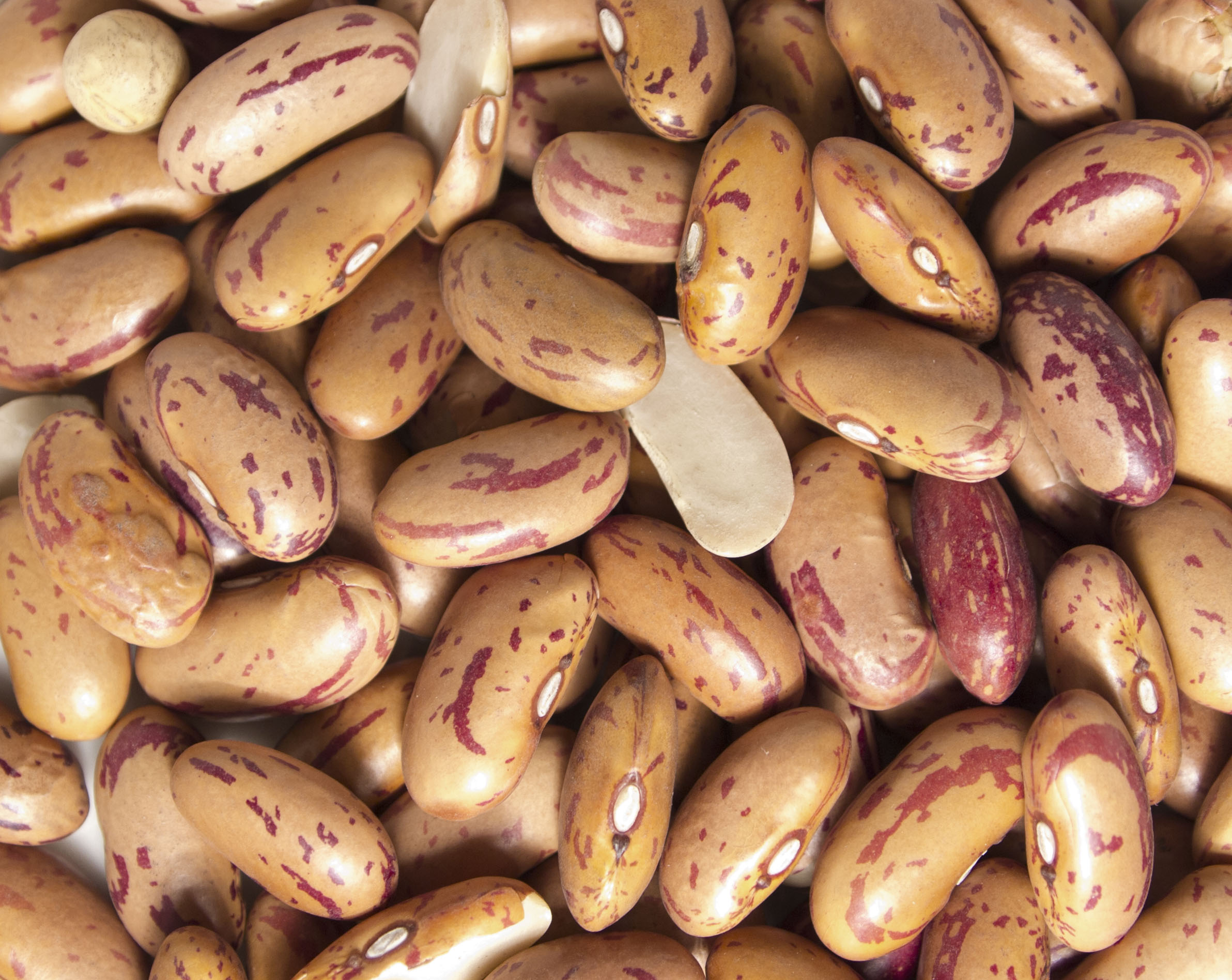
Borlottibohne
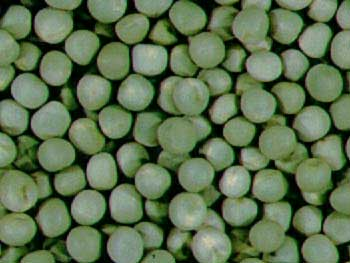
Erbse (getrocknet)
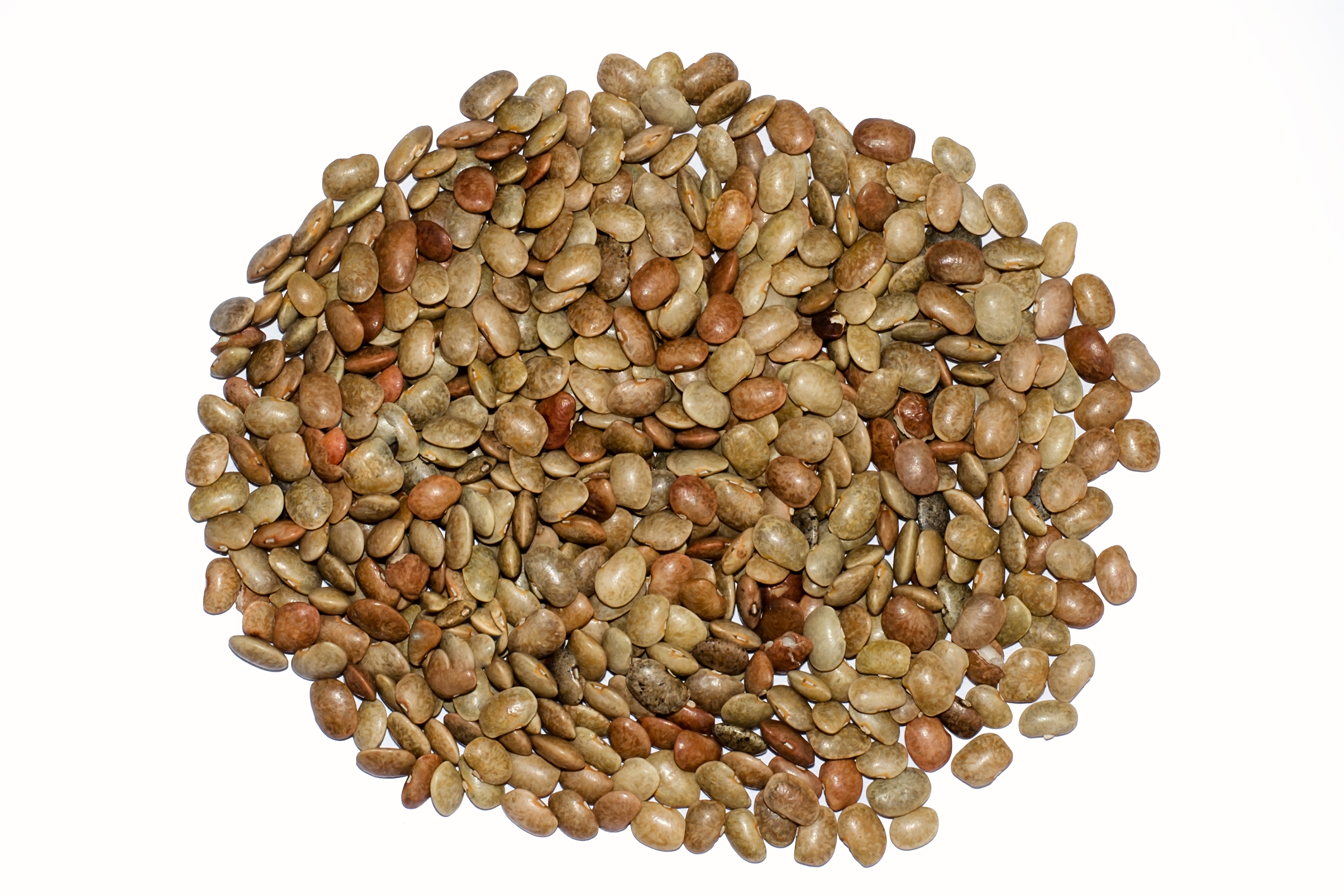
Pferdebohne
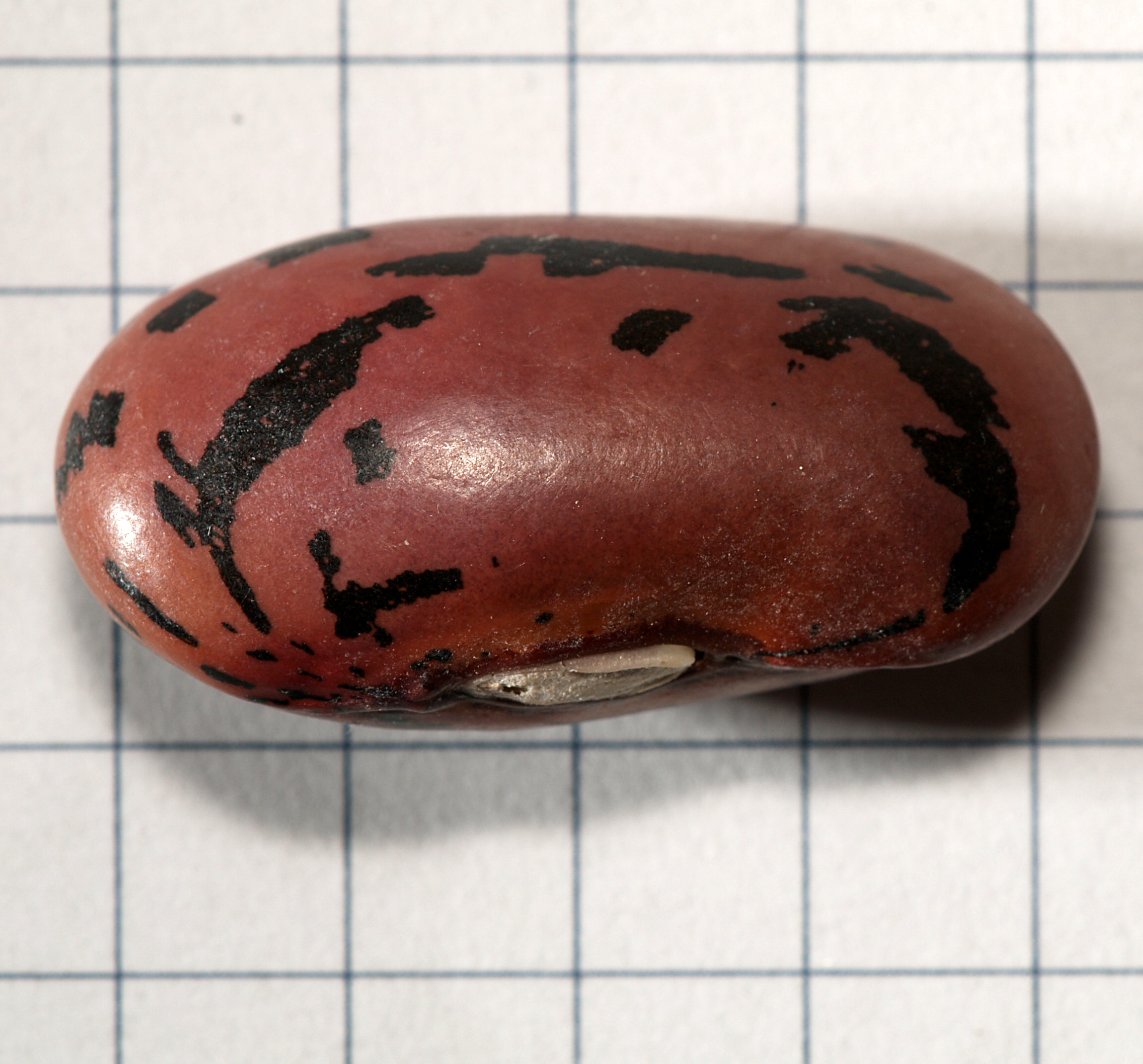
Feuerbohne
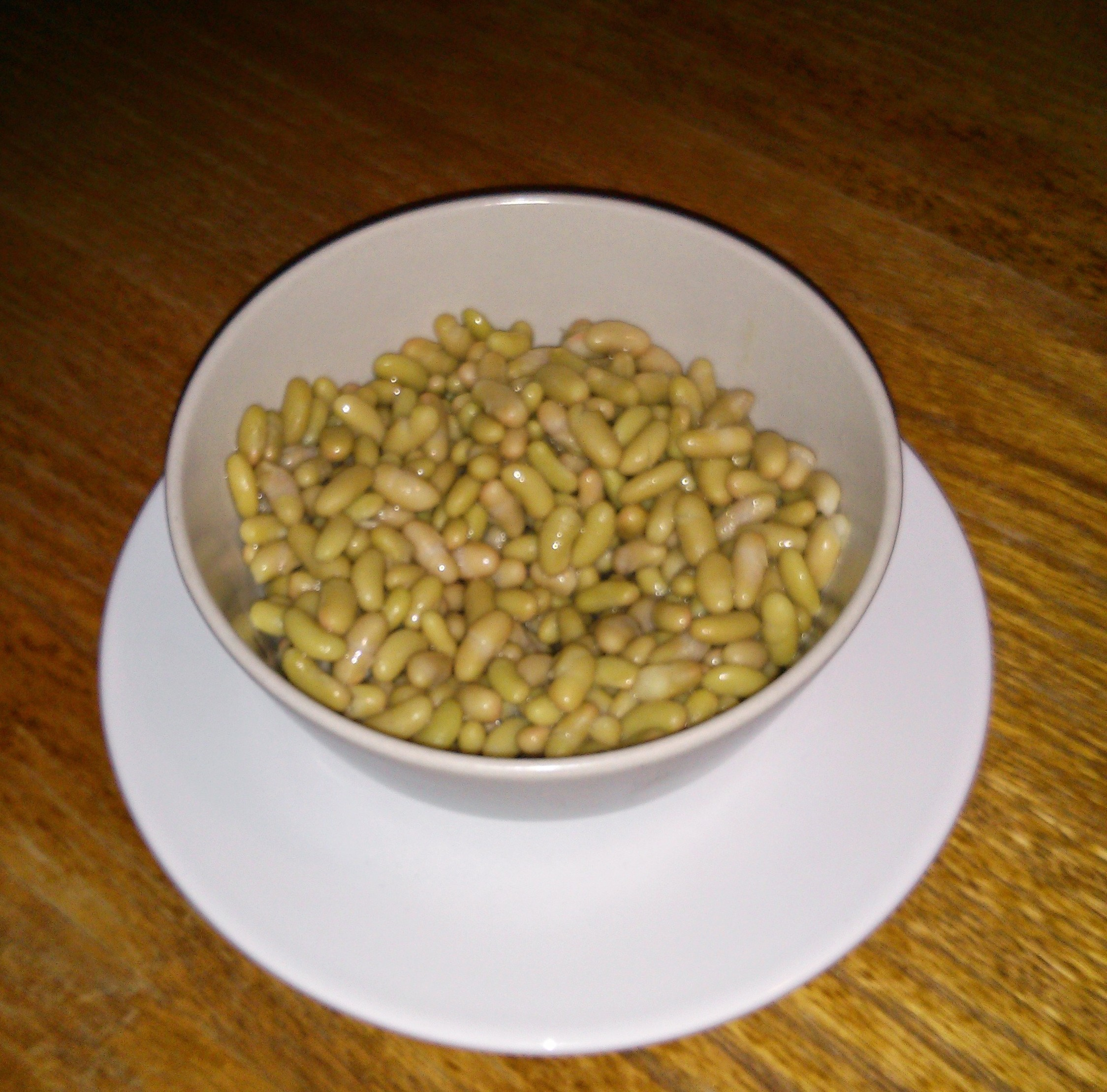
Flageolets
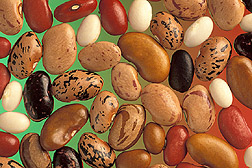
Gartenbohne
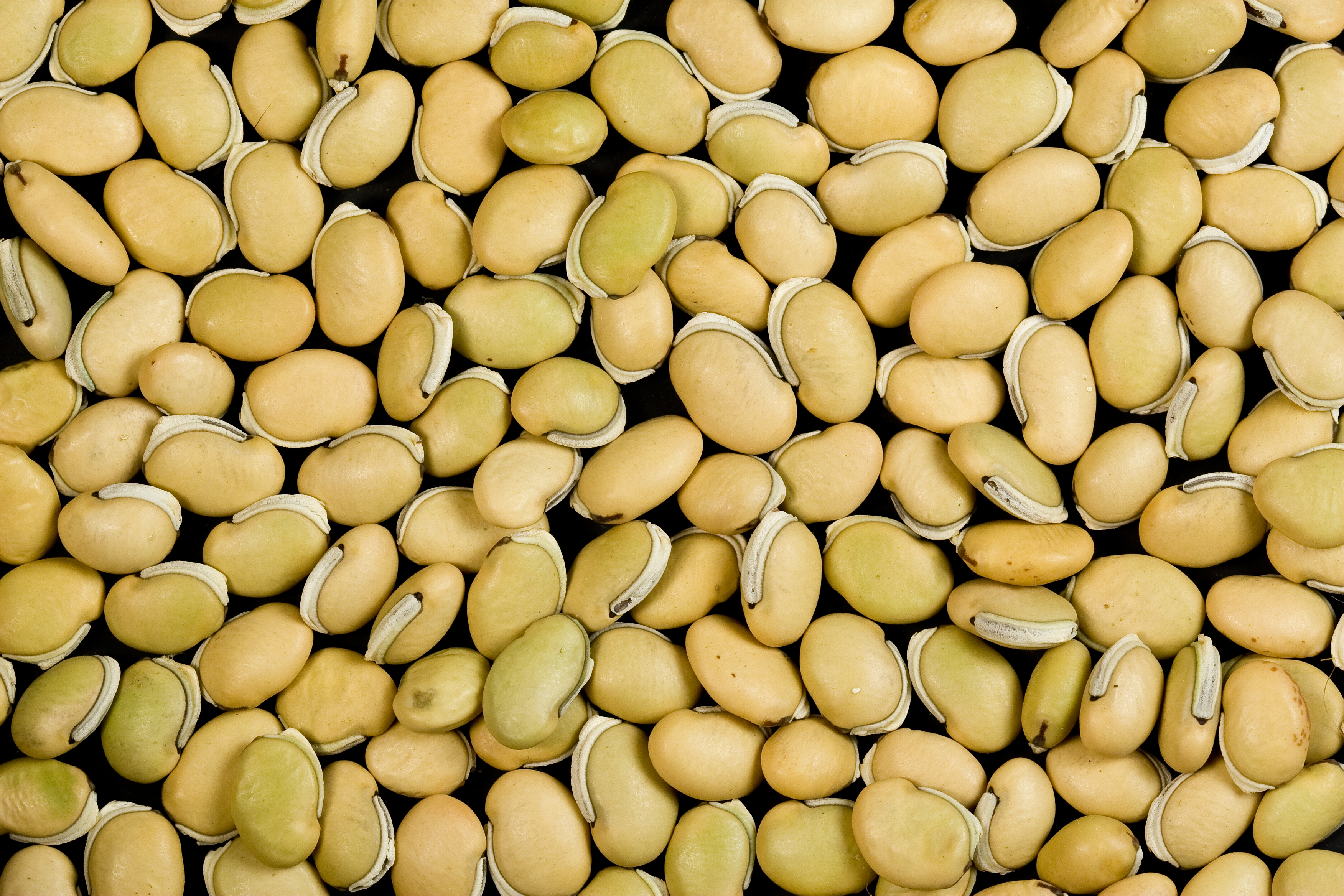
Helmbohne (auch junge Früchte)
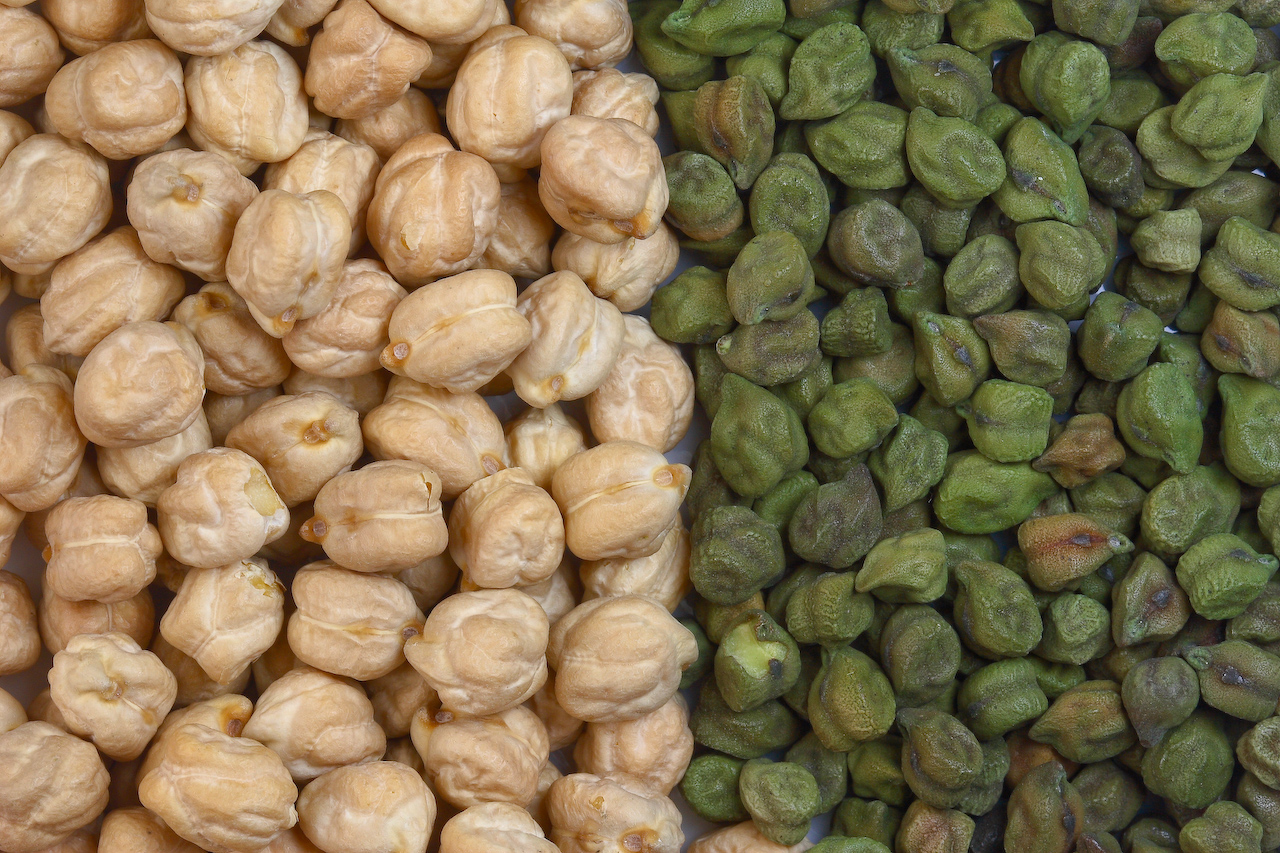
Kichererbse
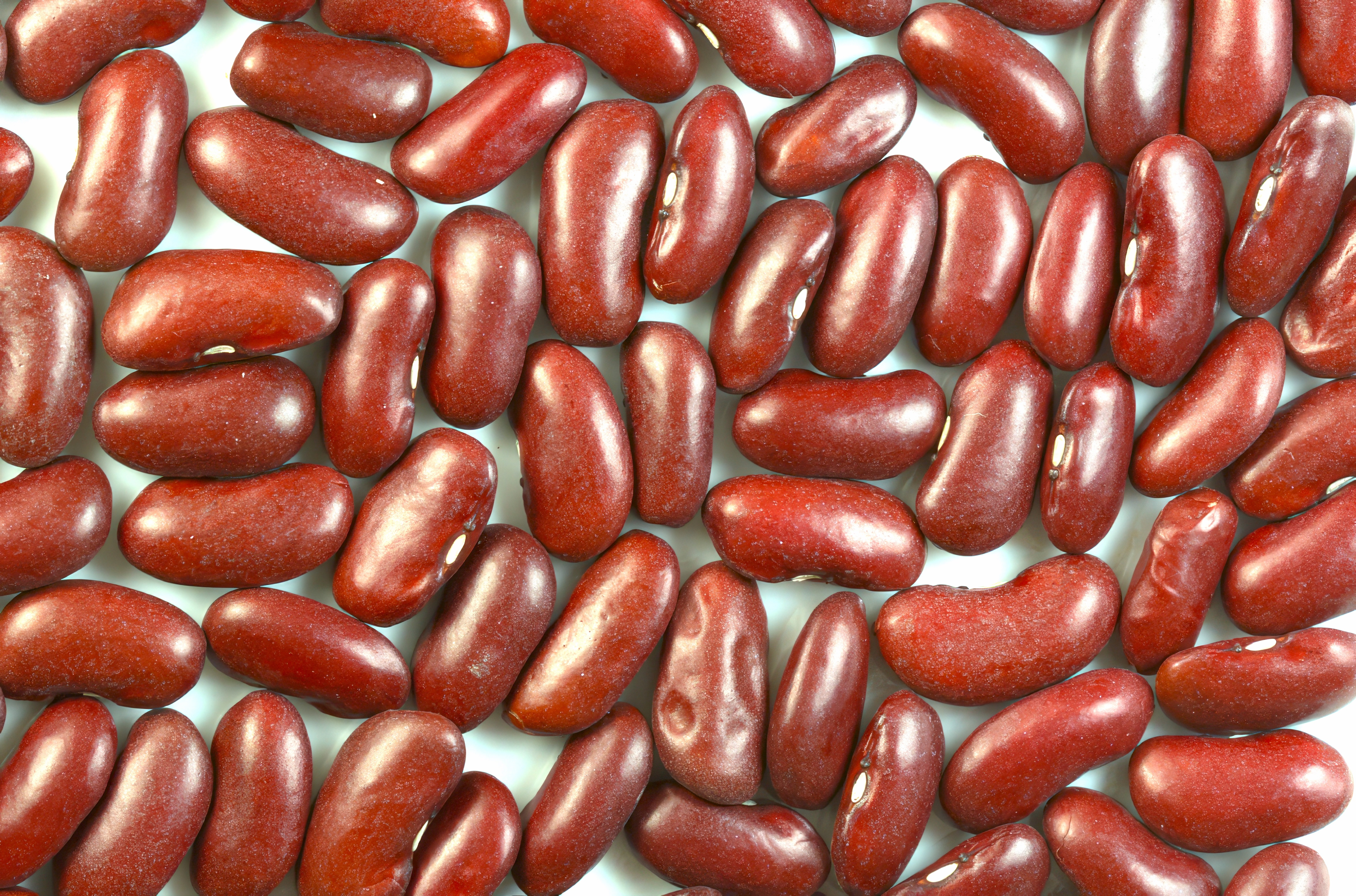
Kidneybohne
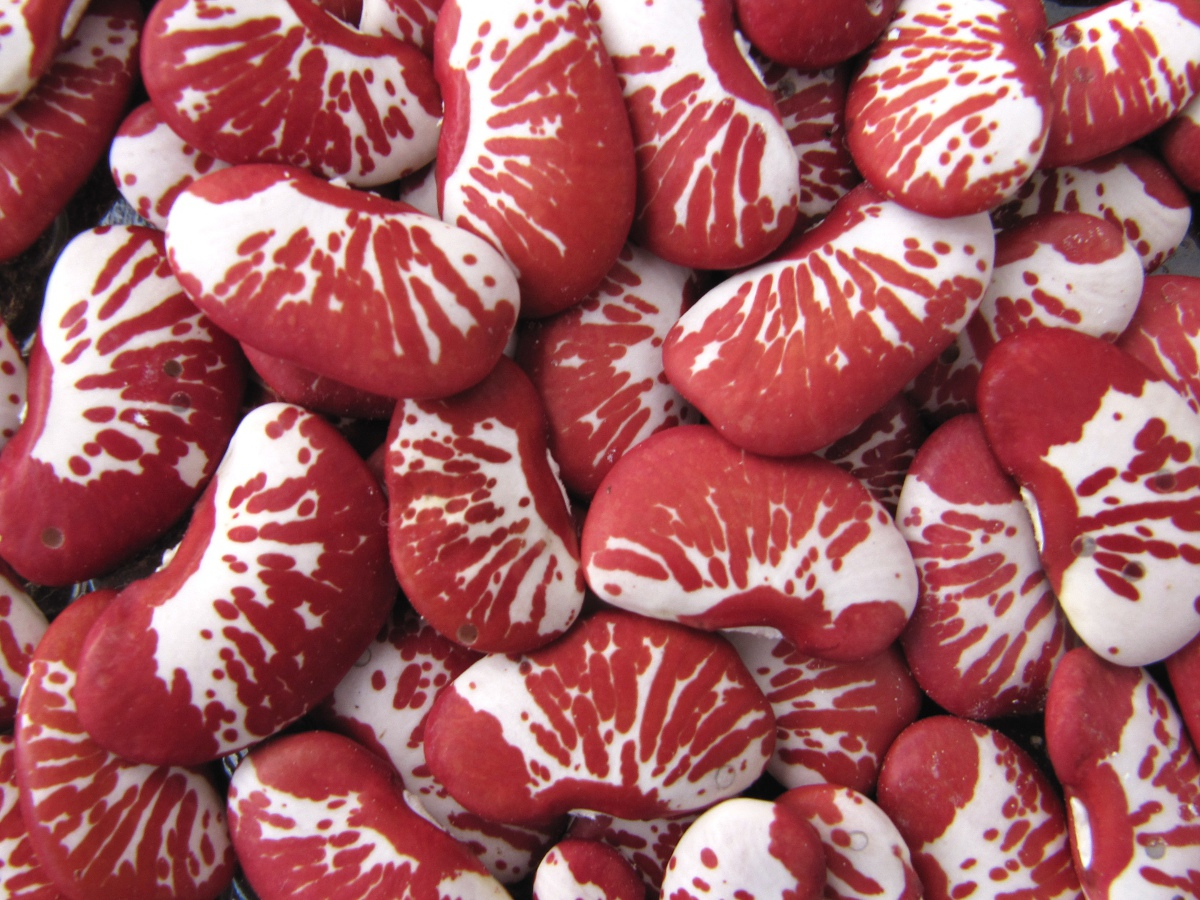
Limabohne
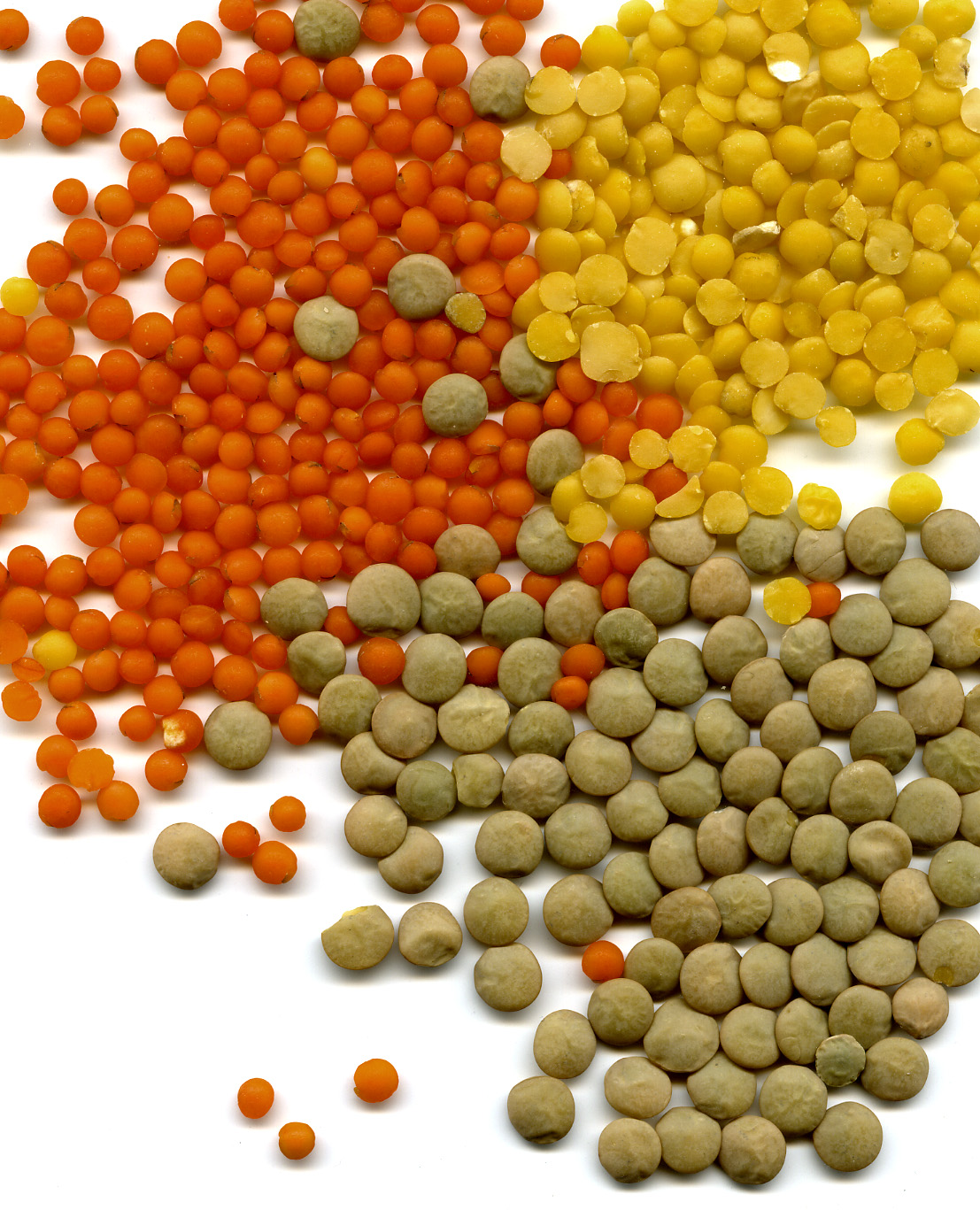
Linse
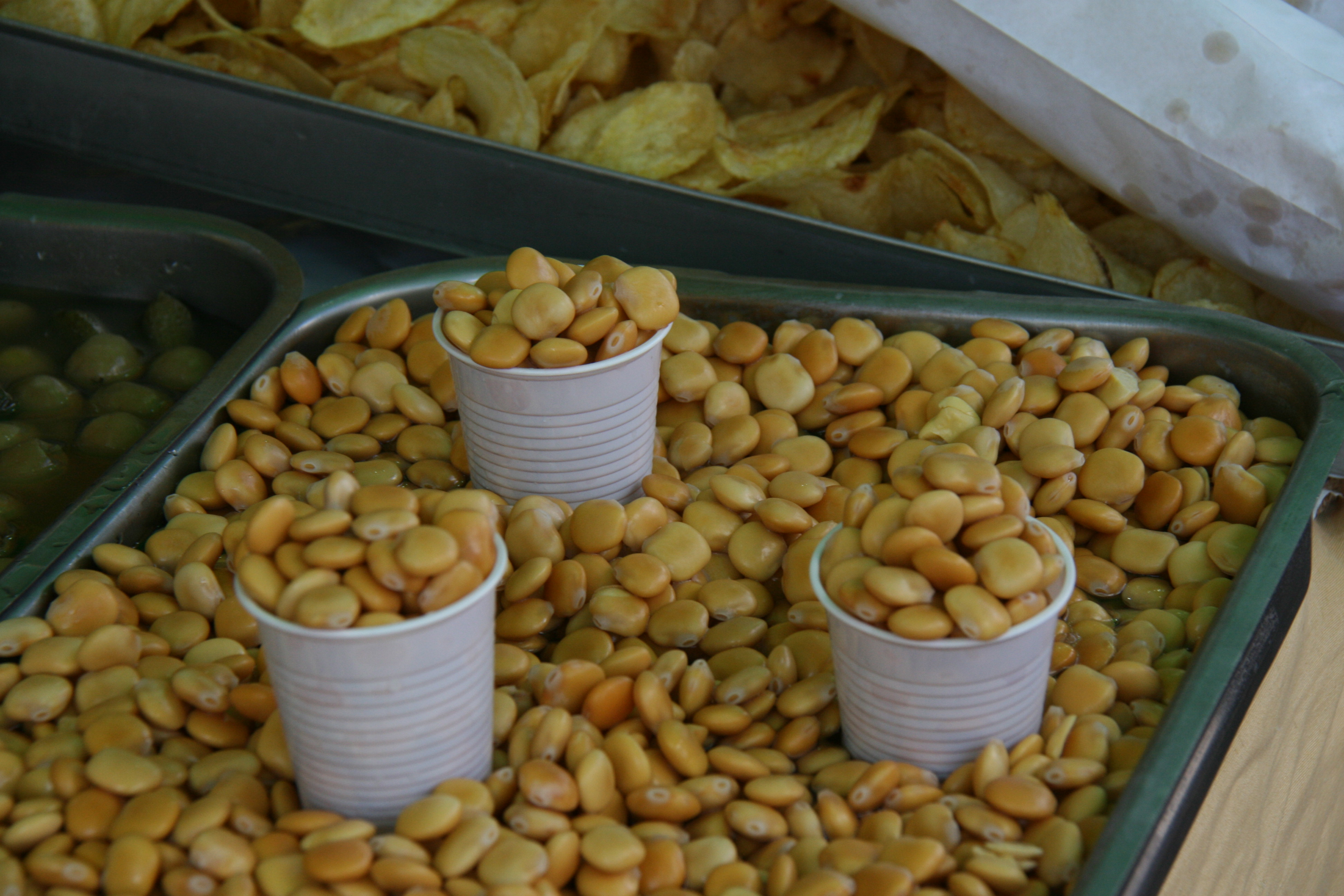
Lupinen
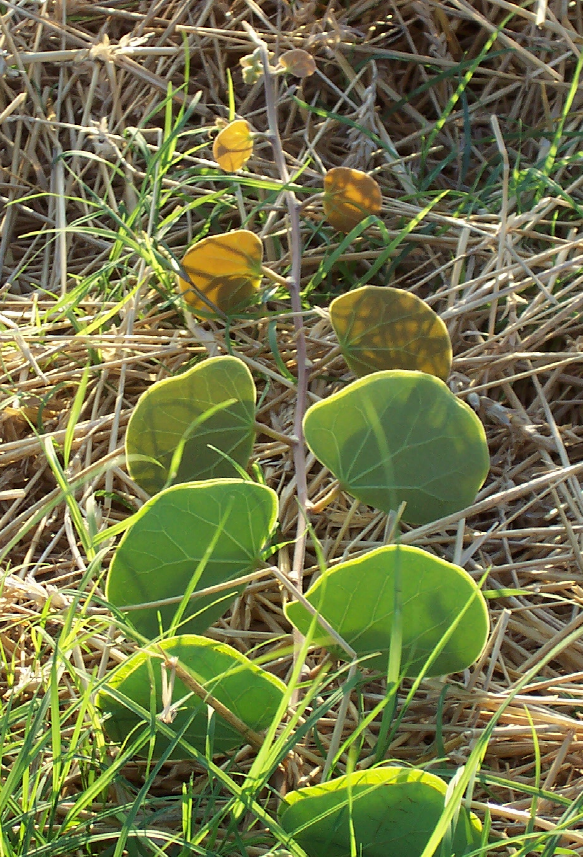
Maramabohne (die Bohnen und die Knollen werden verwendet; nicht im Bild)
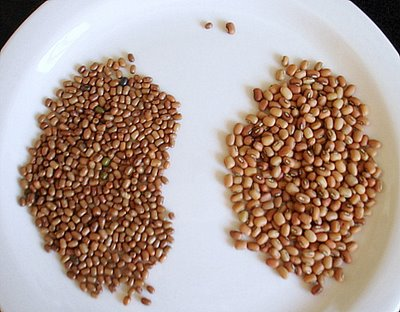
Mattenbohne
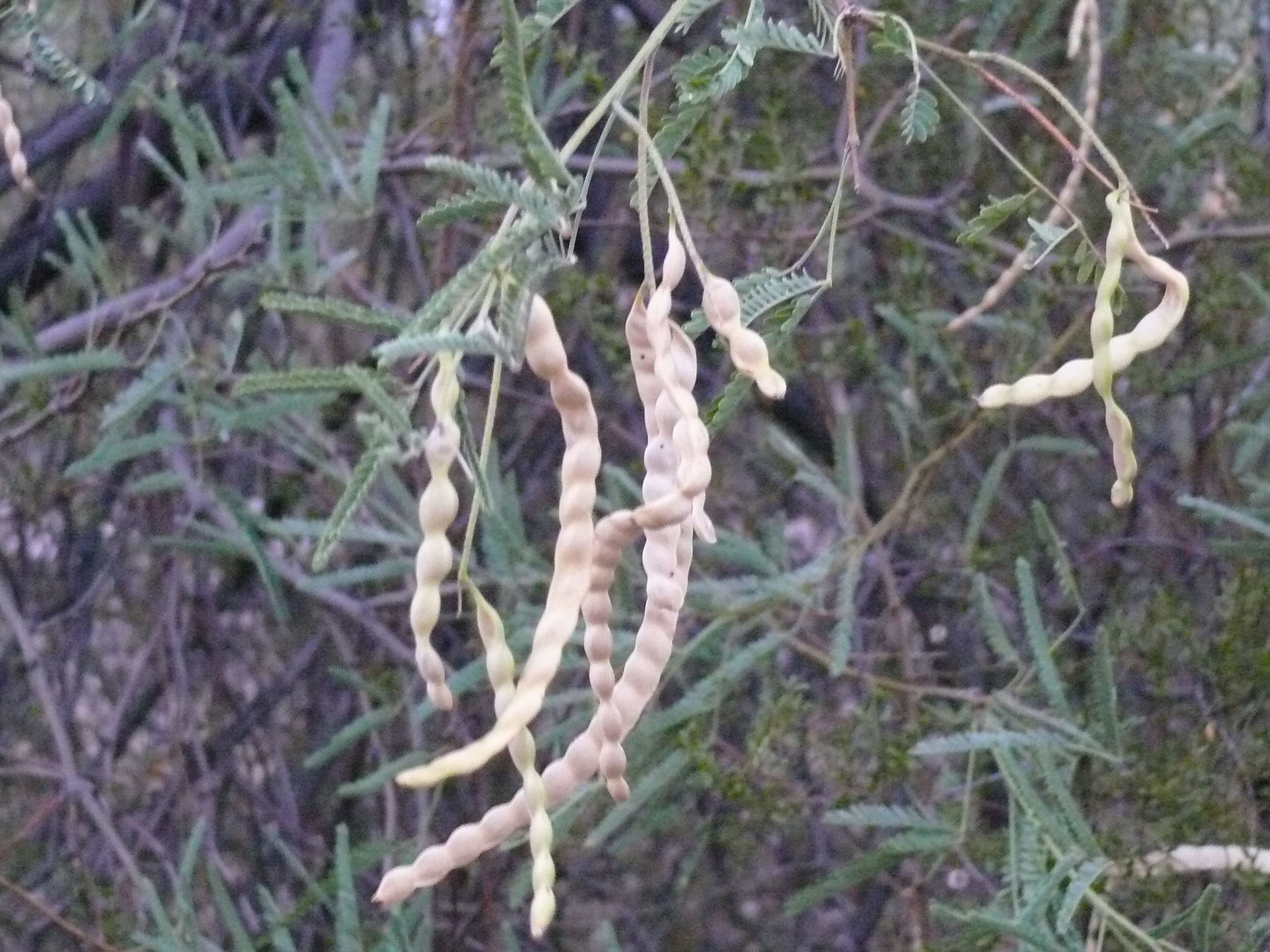
Mesquite (Samen oder die ganzen Früchte; meist als Mehl, junge Früchte auch als Gemüse) (Prosopis glandulosa, Prosopis pubescens, Prosopis velutina, Prosopis alba u. a.)
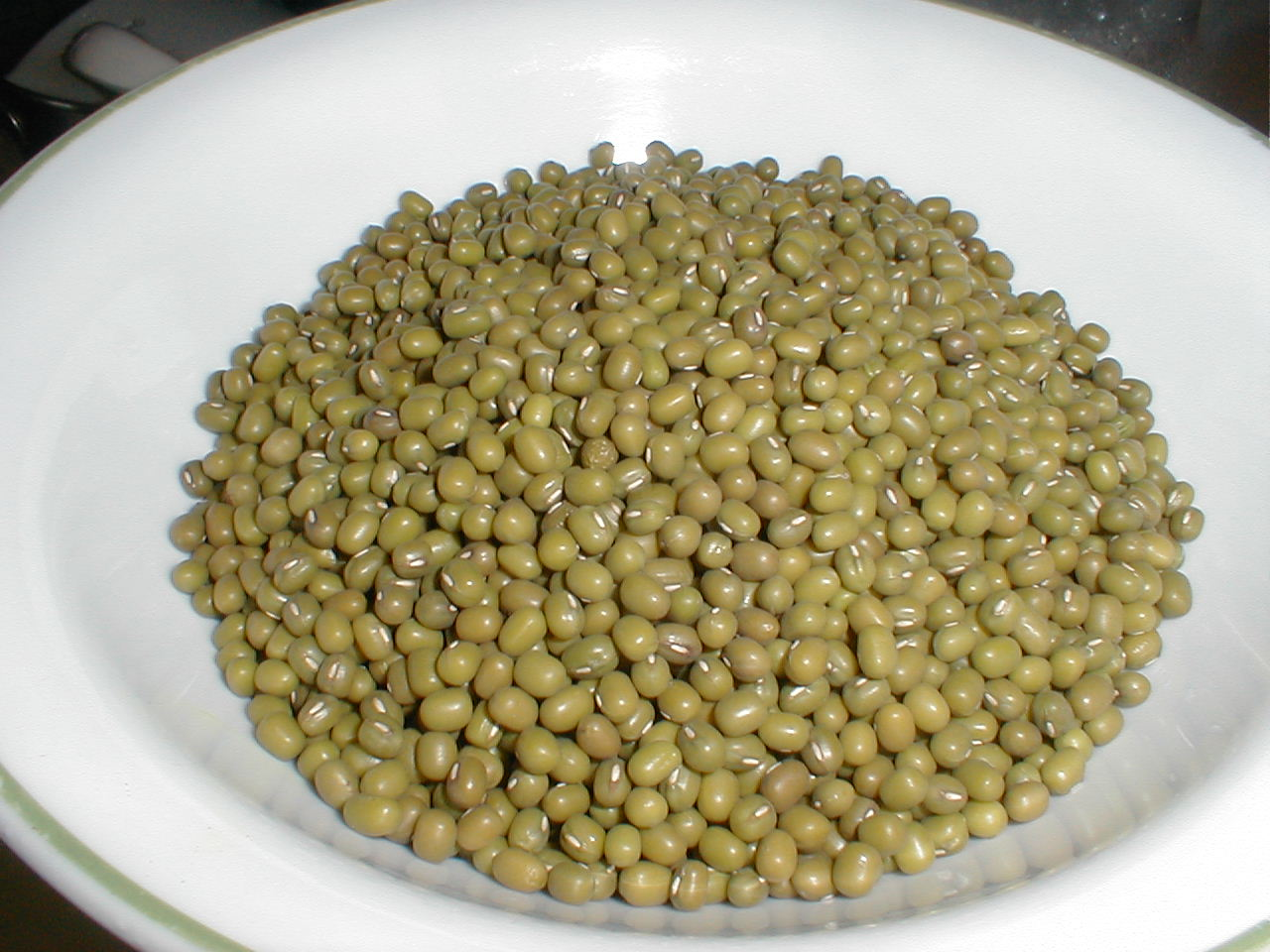
Mungbohne
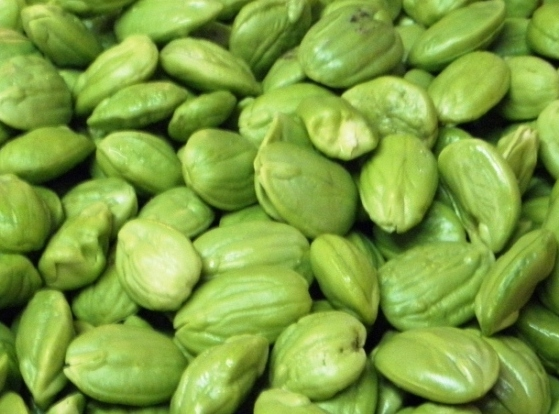
Gestankbohne (Nitta, Petai)
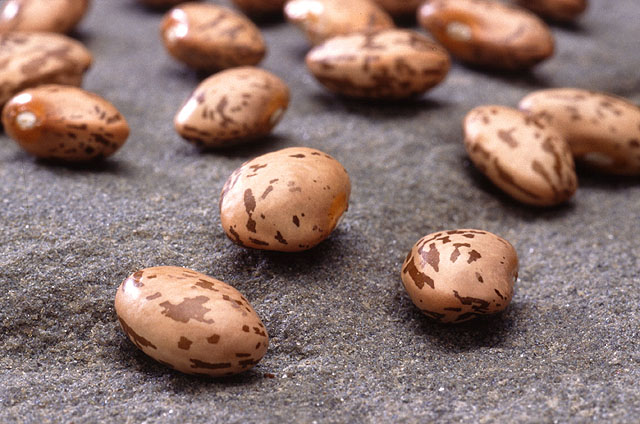
Pintobohne (Wachtelbohne)
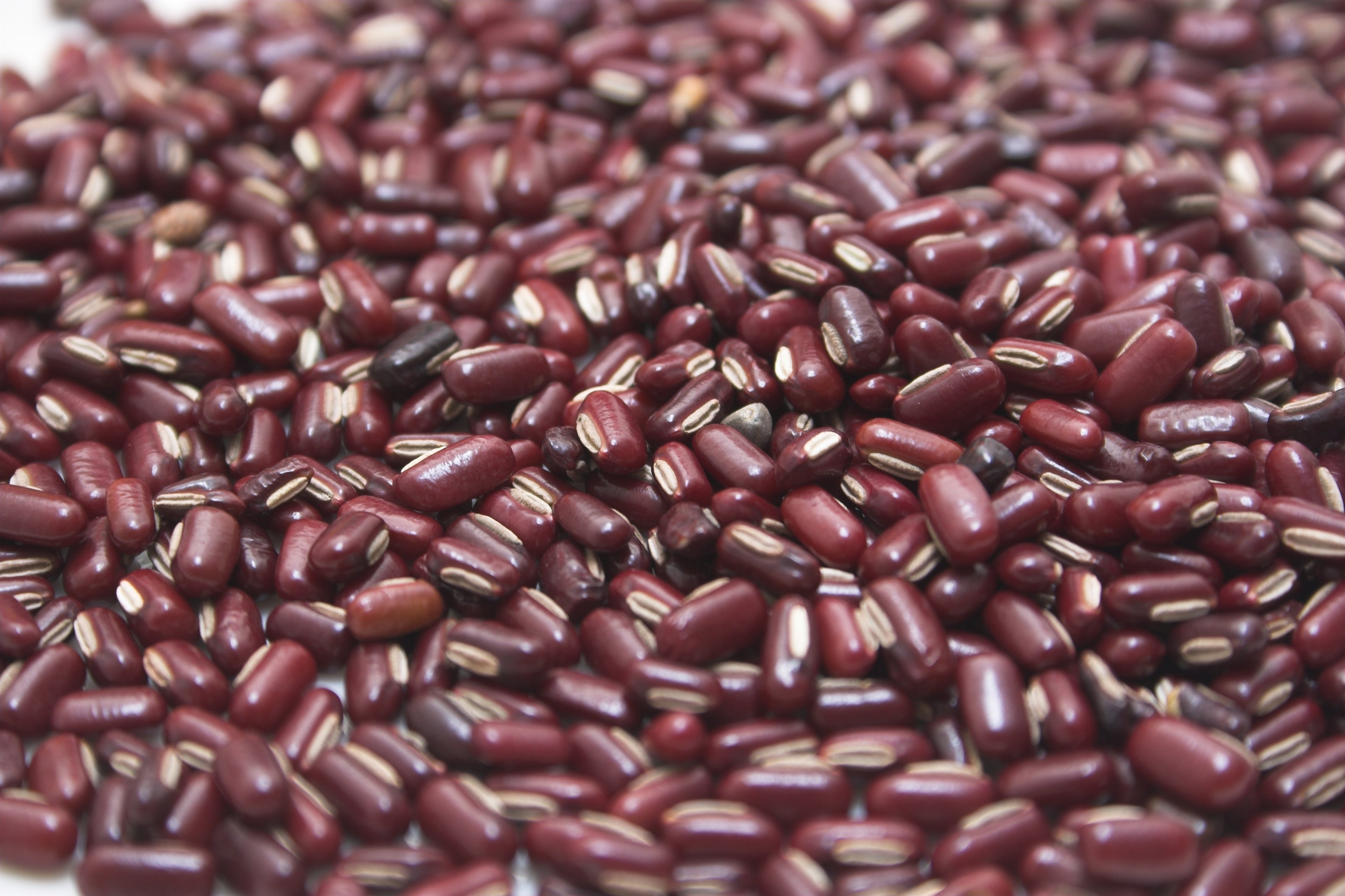
Reisbohne
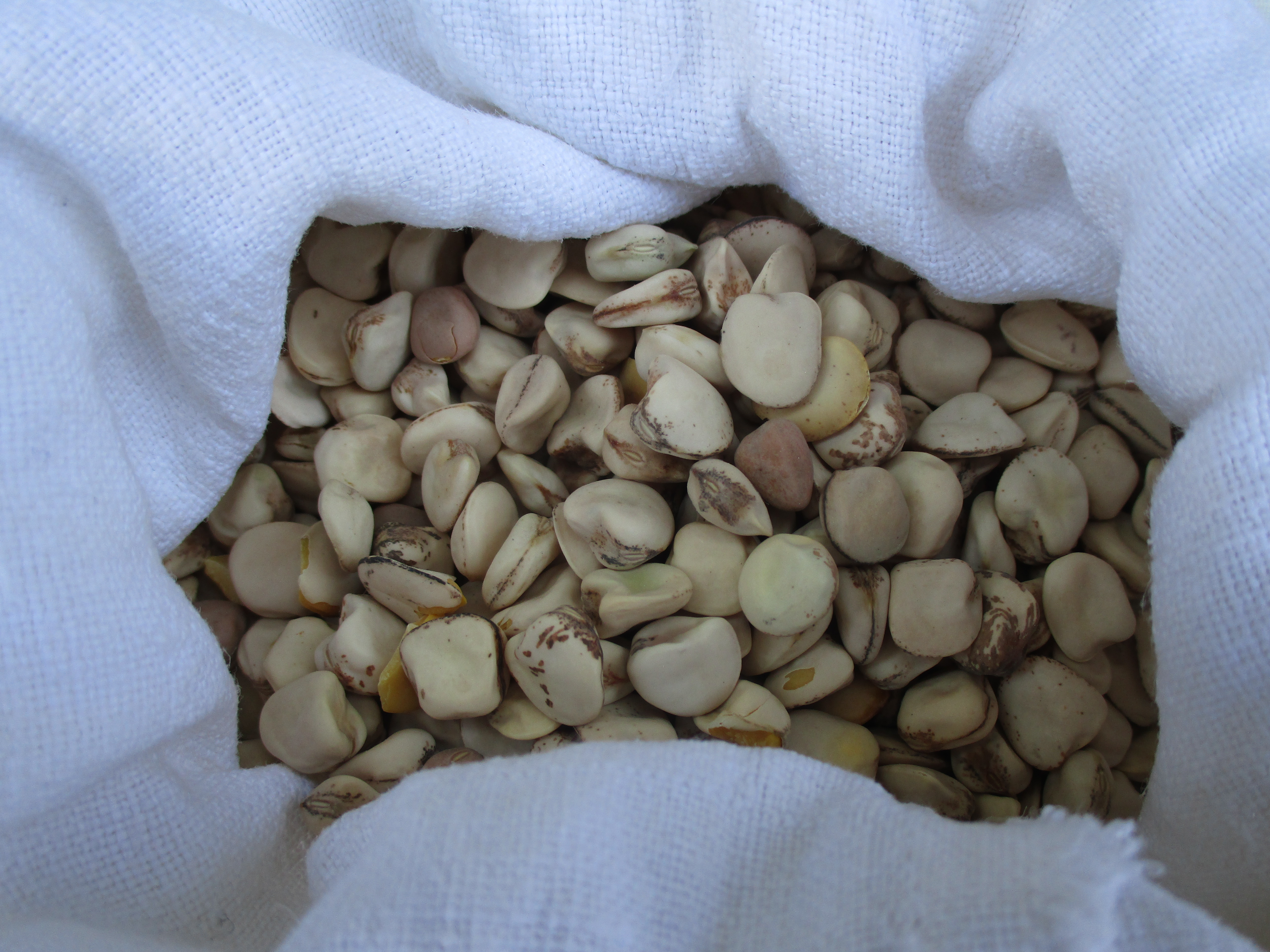
Saat-Platterbse und andere Lathyrus-Arten (Lathyrus clymenum) (Fava)
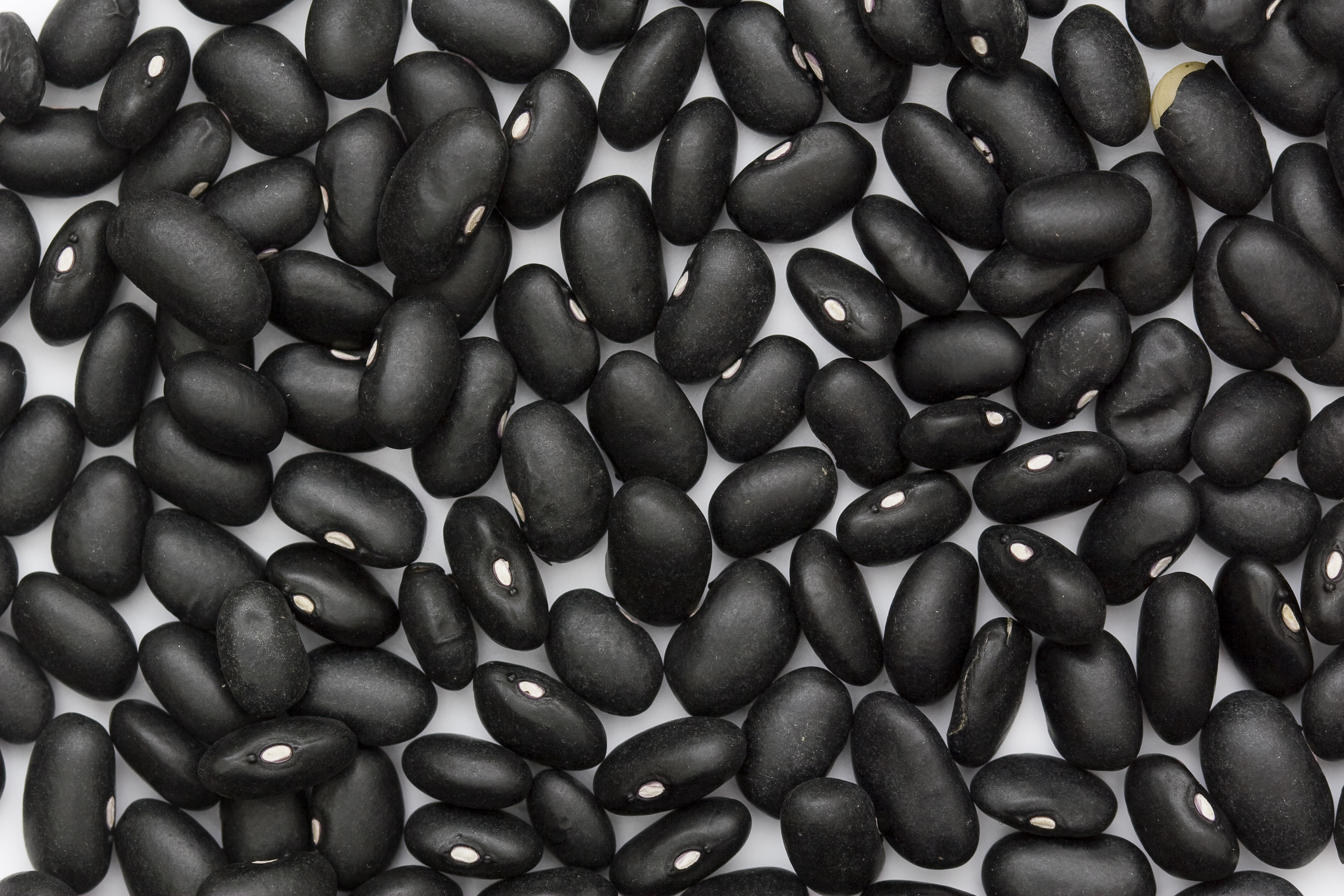
Schwarze Bohne
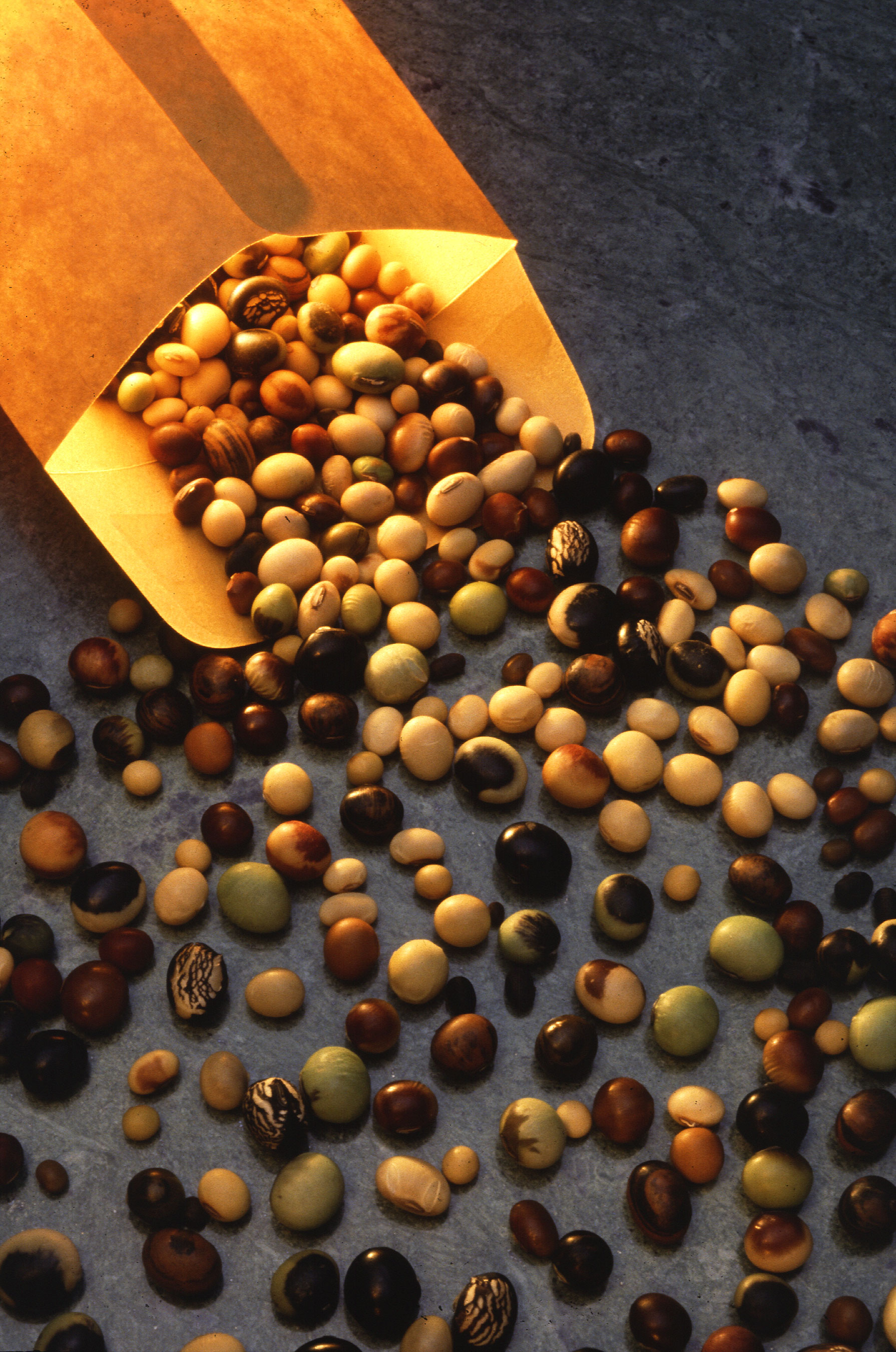
Sojabohne
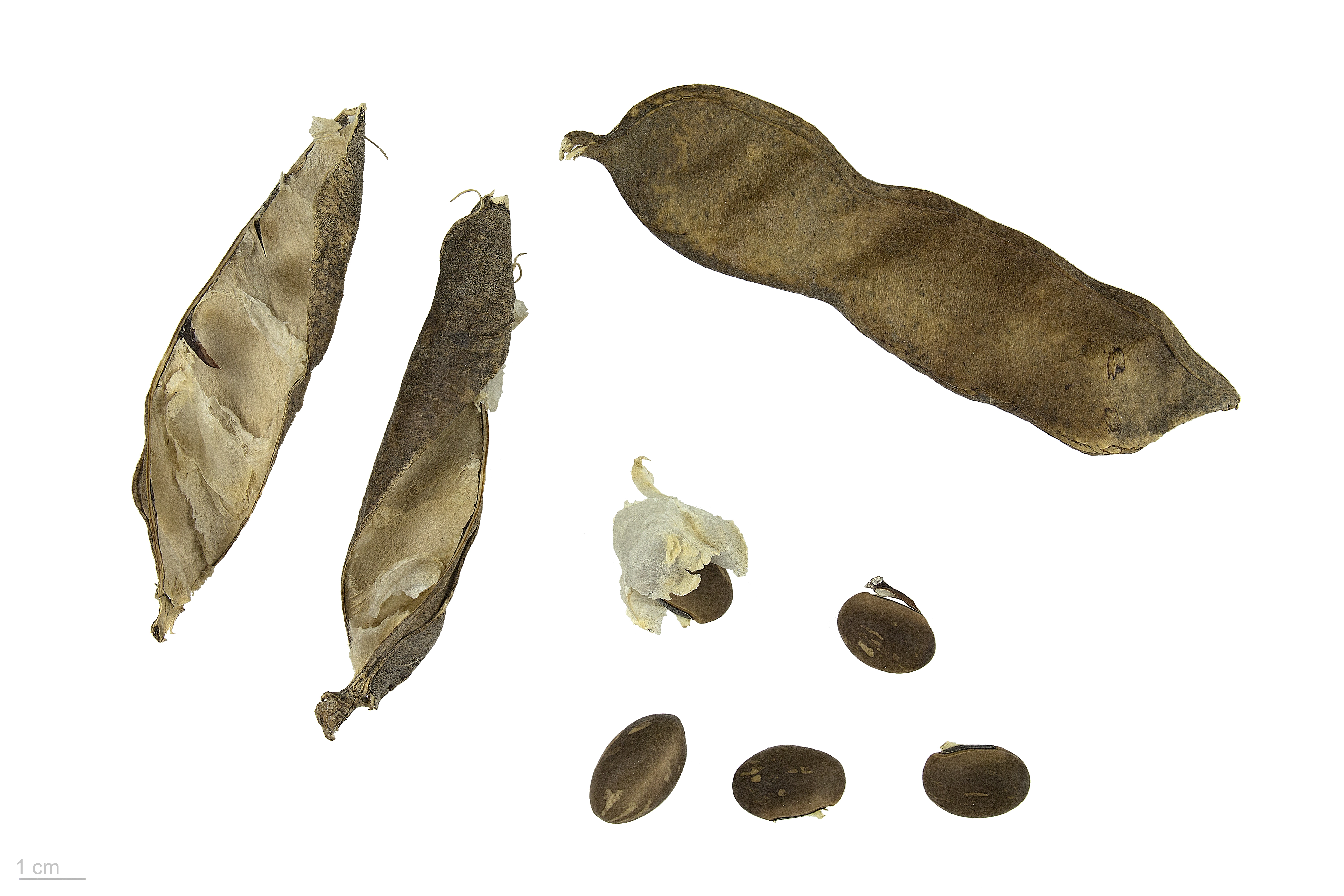
Strandbohne
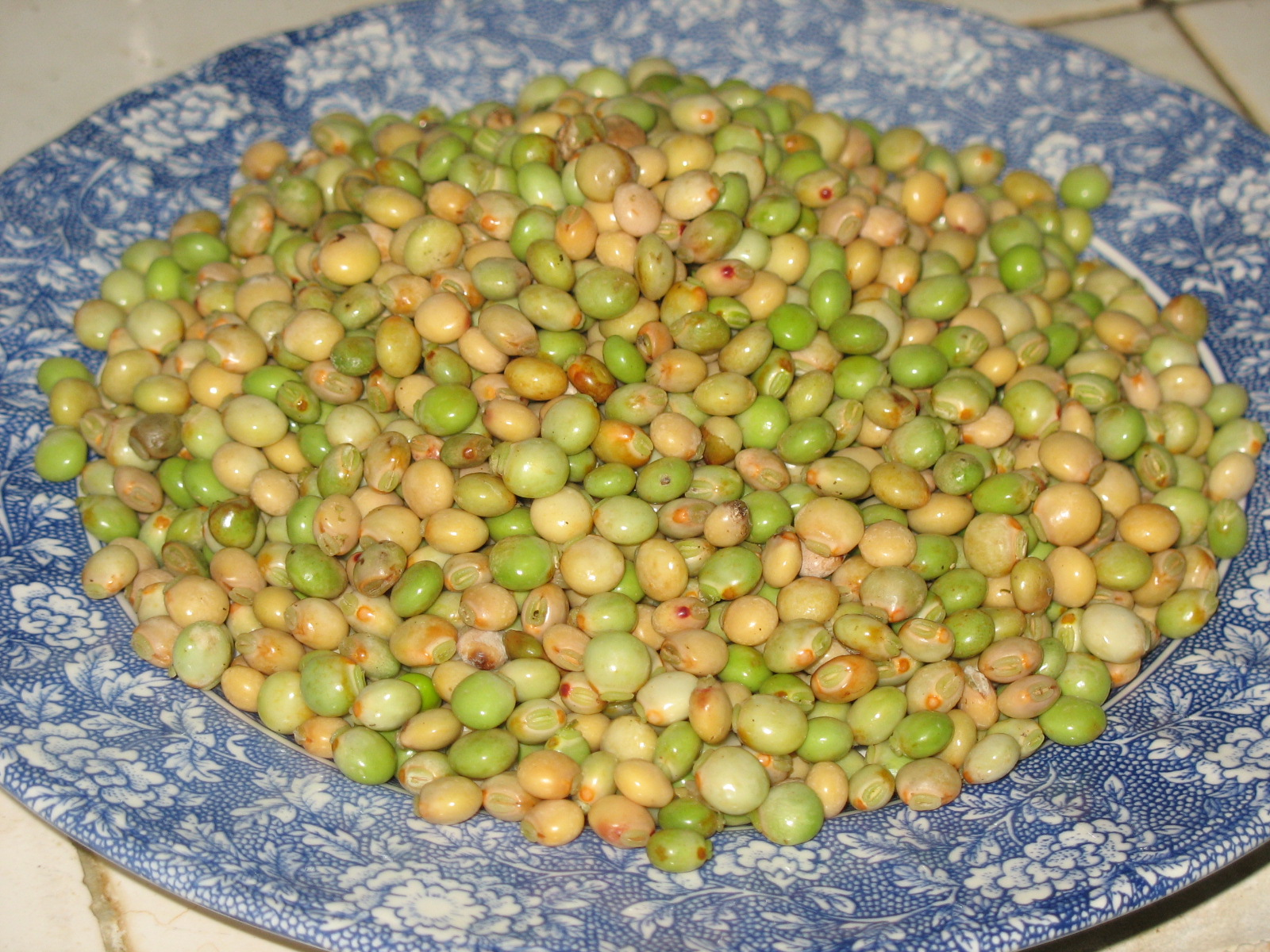
Straucherbse
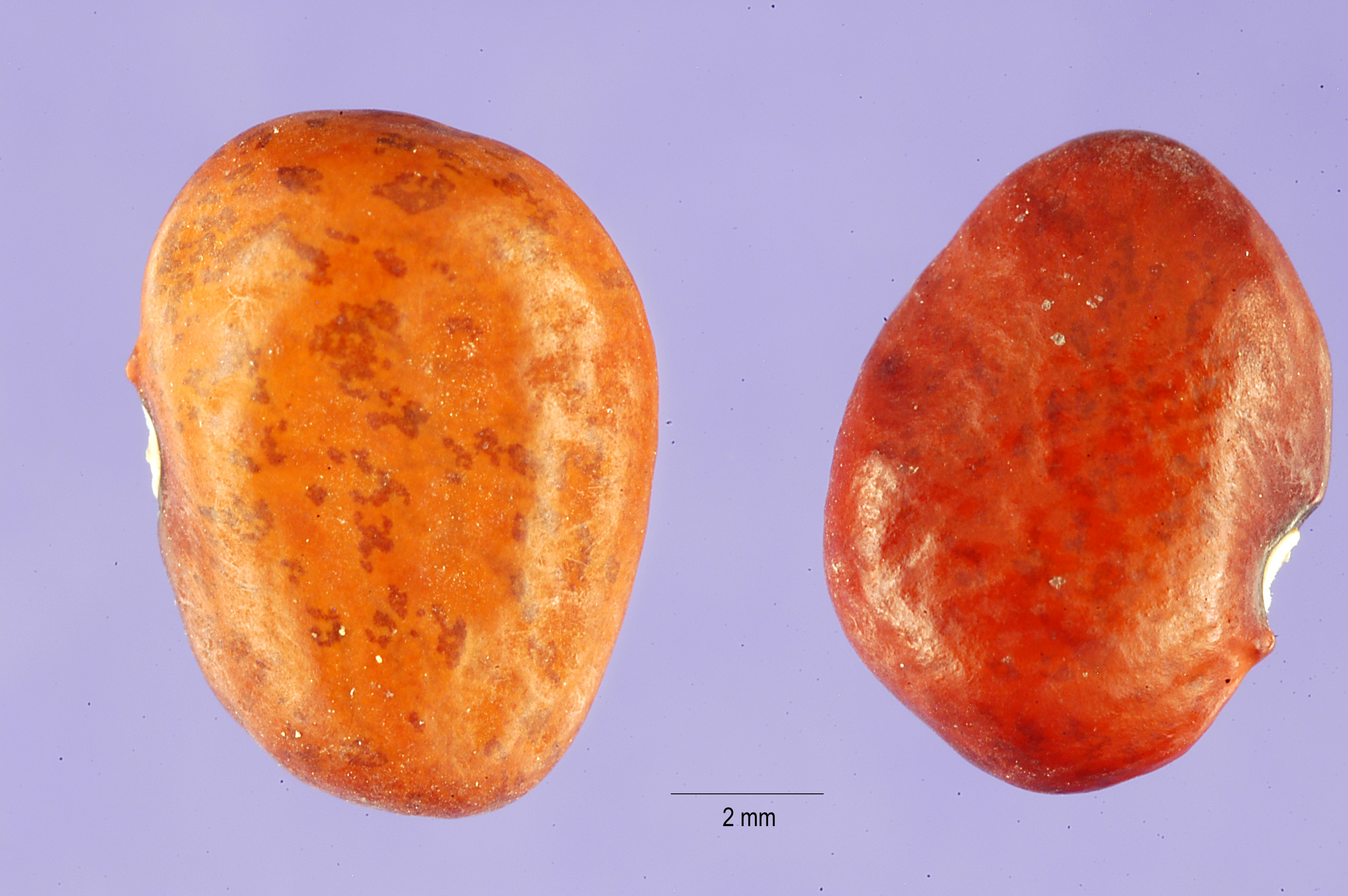
Teparybohne
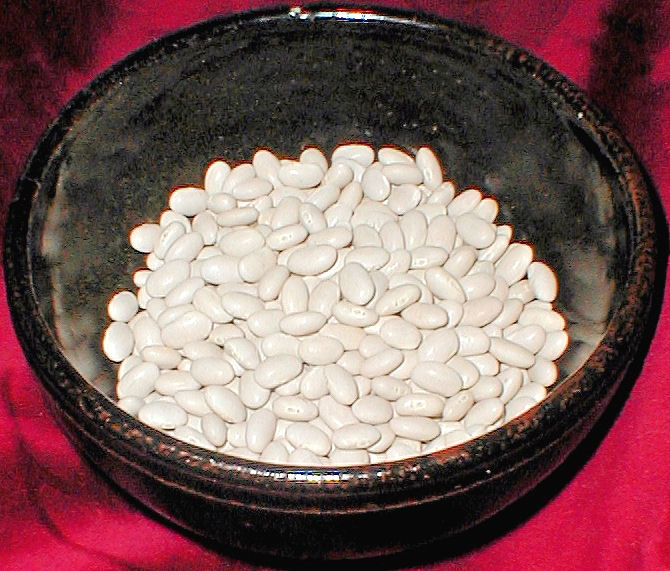
Weiße Bohne
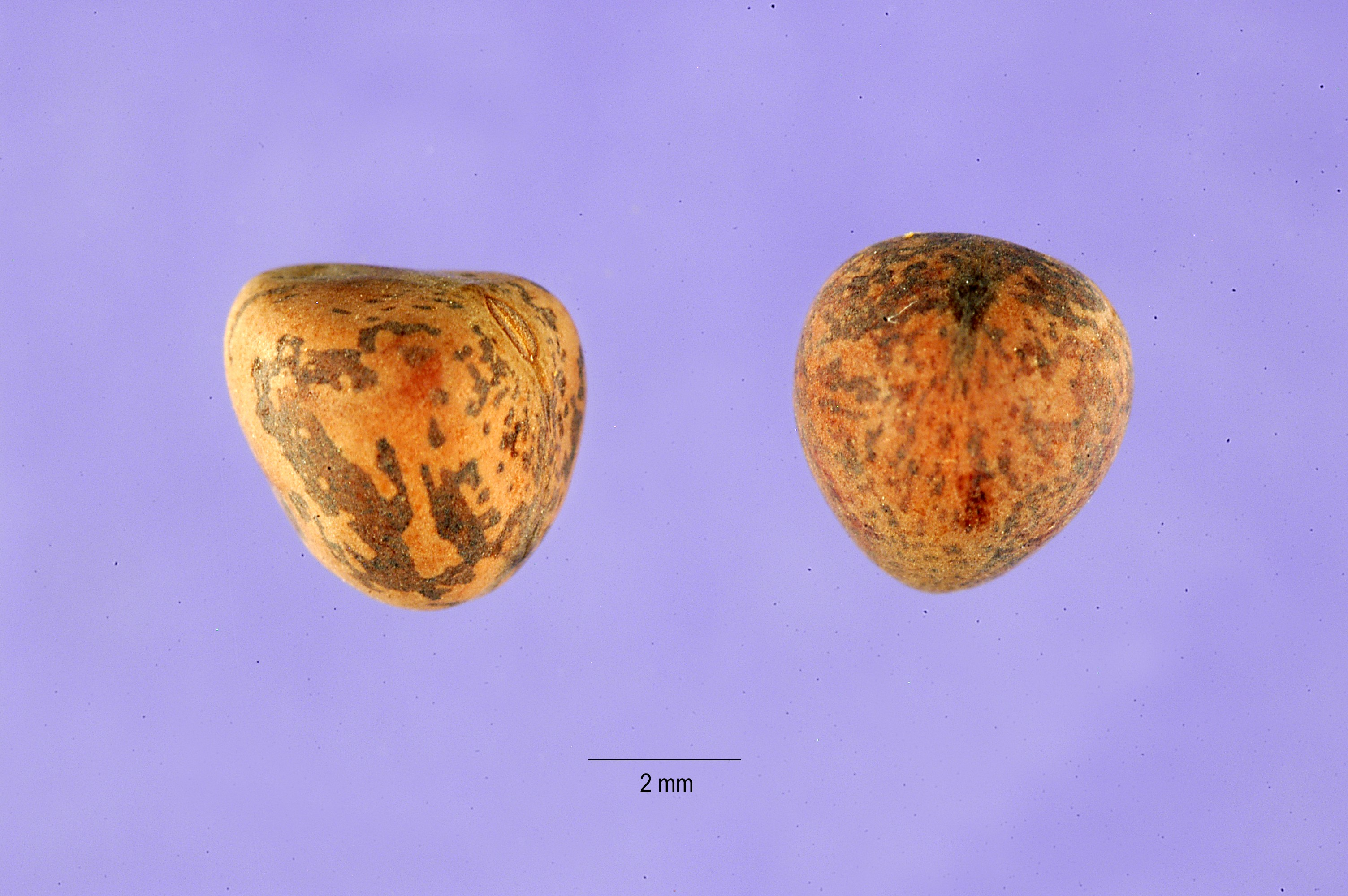
Linsen-Wicke, Wicklinse
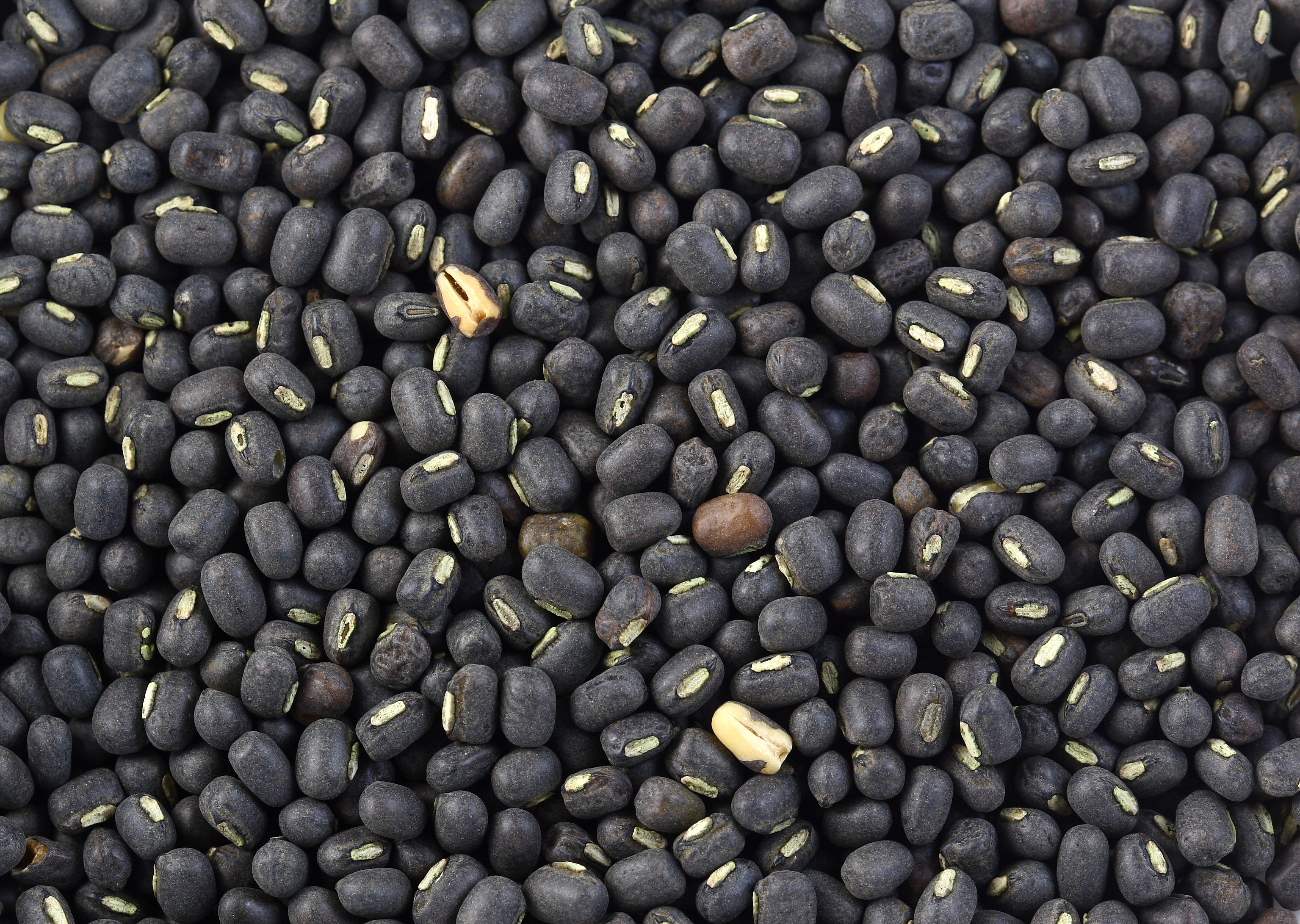
Urdbohne
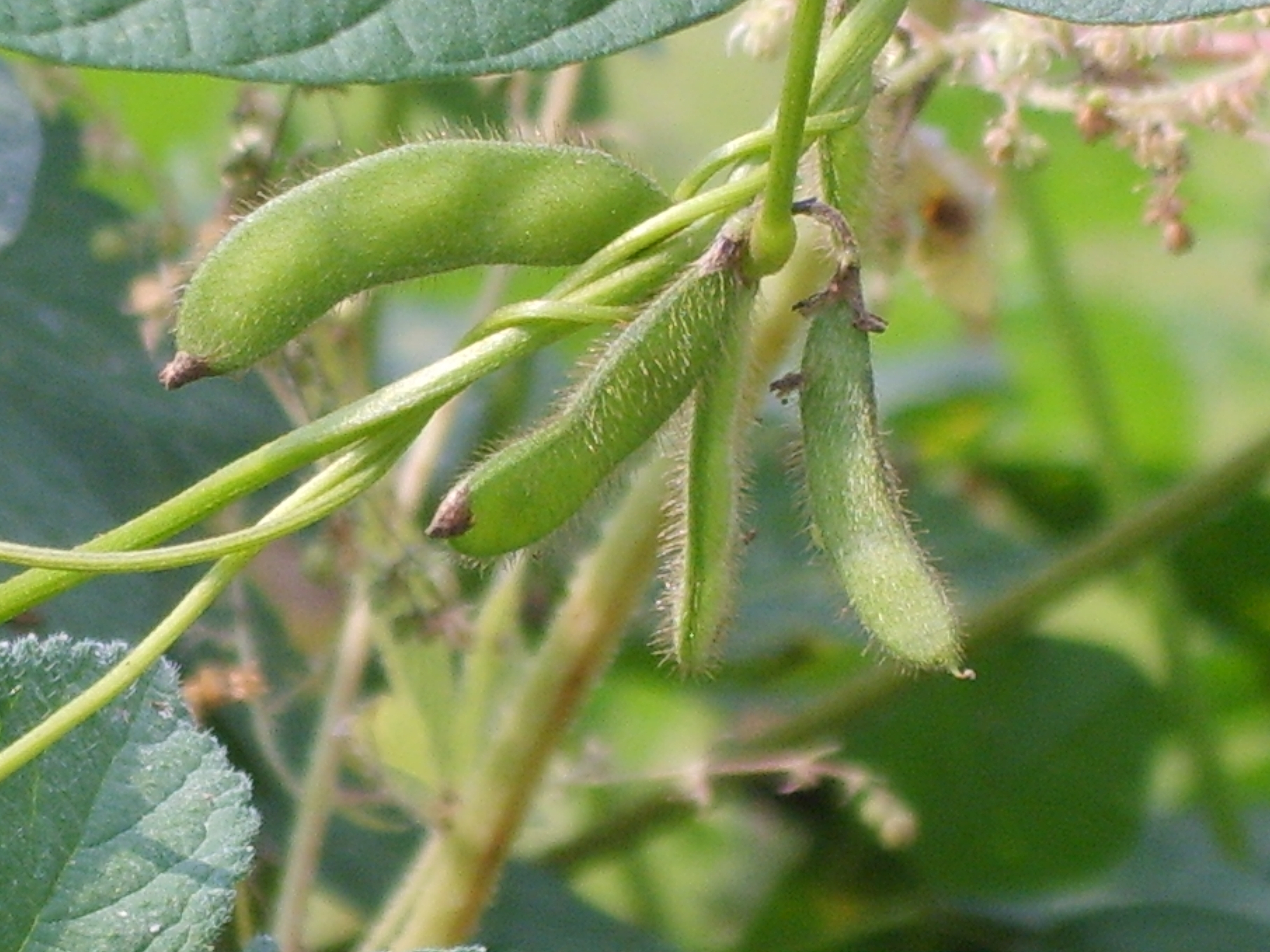
Wilde Sojabohne (die Bohnen werden verwendet; nicht im Bild)

- Mesquite
 (Samen oder die ganzen Früchte; meist als Mehl, junge Früchte auch als Gemüse)
 (Prosopis glandulosa,
 Prosopis pubescens,
 Prosopis velutina, Prosopis alba u. a.)
- Mungbohne
- Gestankbohne
 (Nitta, Petai)
- Pintobohne
 (Wachtelbohne)
- Reisbohne
- Saat-Platterbse
 und andere Lathyrus-Arten (Lathyrus clymenum)
 (Fava)
- Schwarze Bohne
- Sojabohne
- Strandbohne
- Straucherbse
- Teparybohne
- Weiße Bohne
- Linsen-Wicke, Wicklinse
- Urdbohne
- Wilde Sojabohne
 (die Bohnen werden verwendet; nicht im Bild)

### Nüsse und Nussähnliche

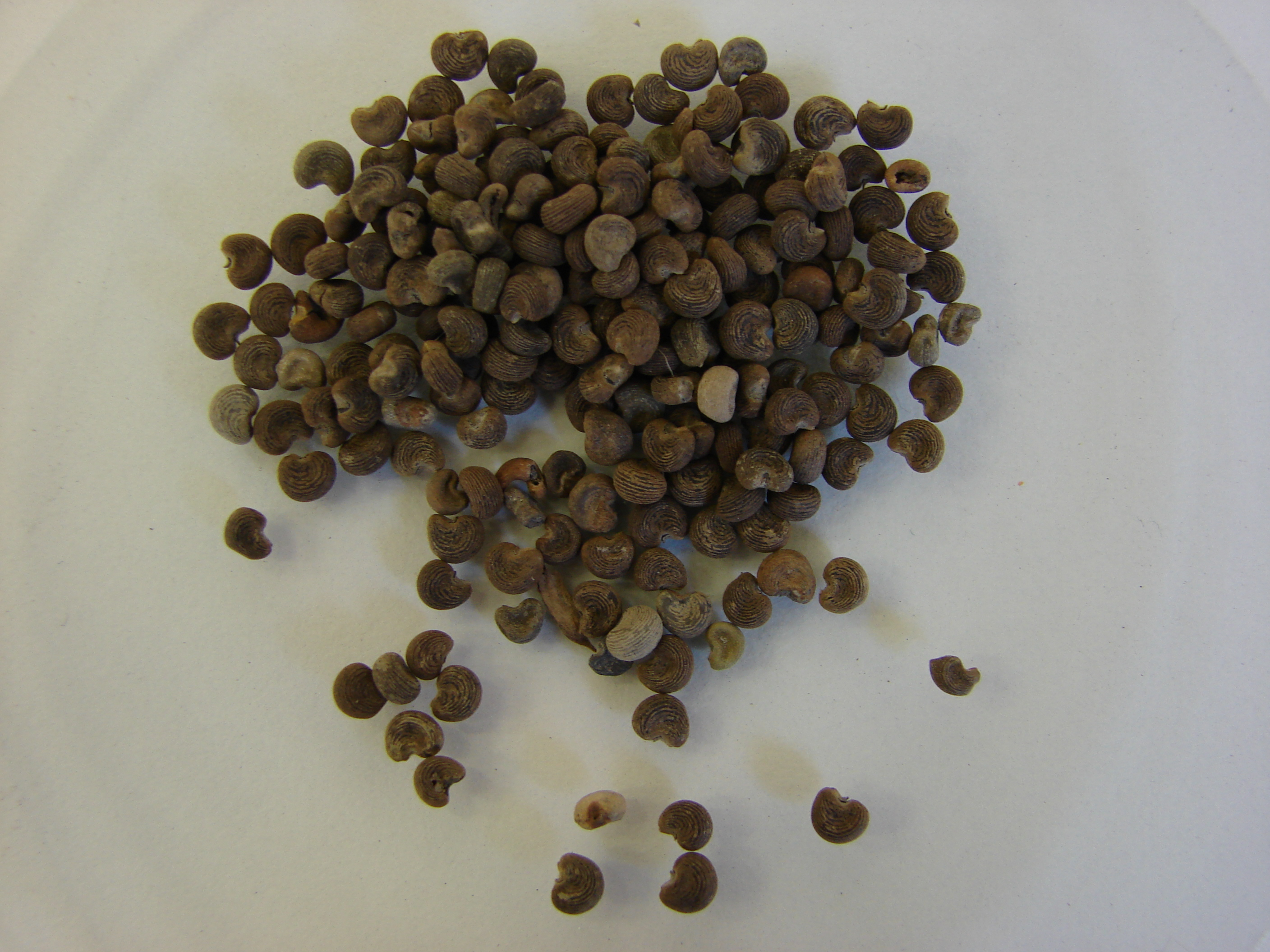
Abelmoschussamen (Okra, Abelmoschus moschatus)
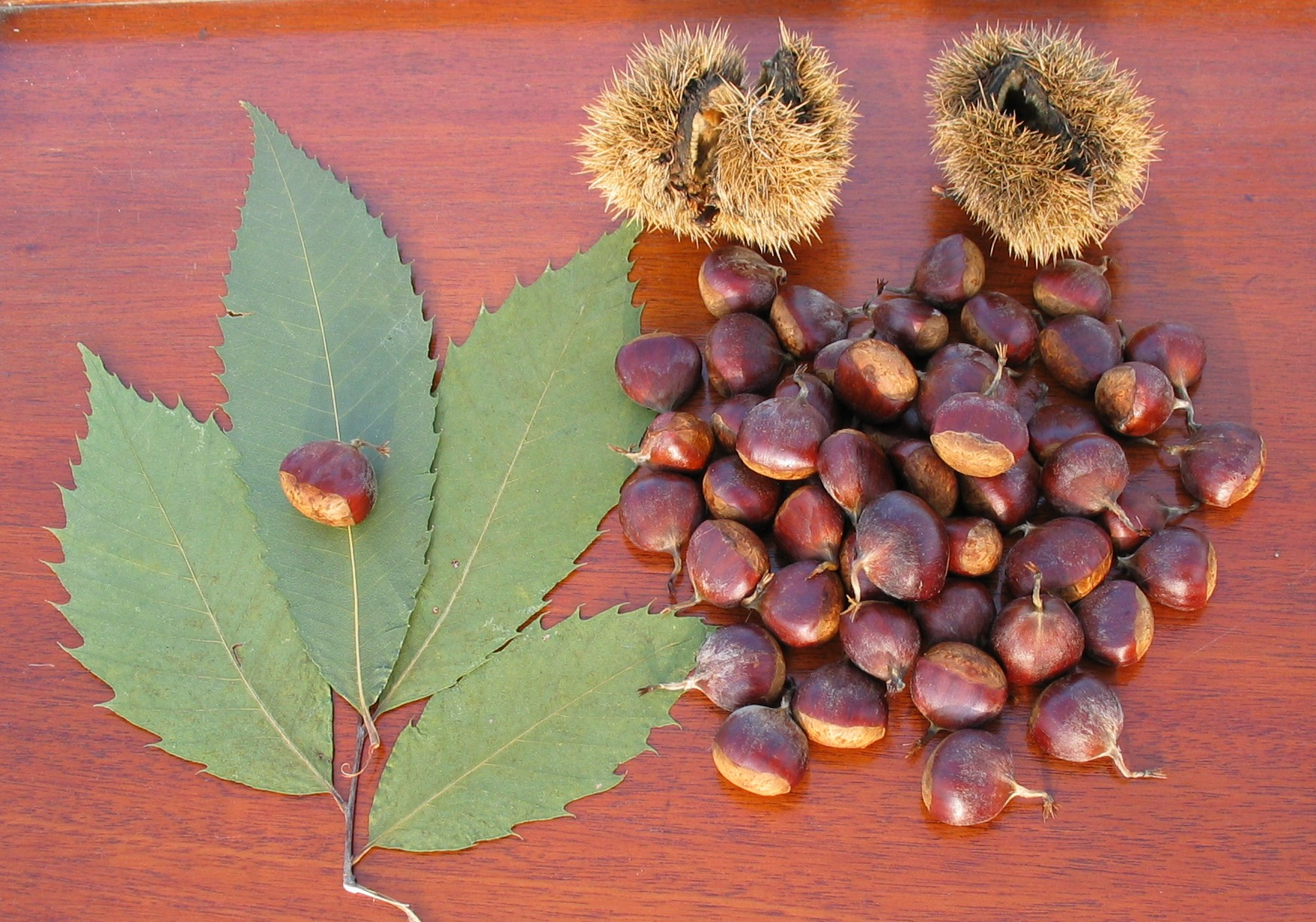
Amerikanische Kastanie und Chinkapin, Chinquapin (Castanea pumila, Castanea ozarkensis)
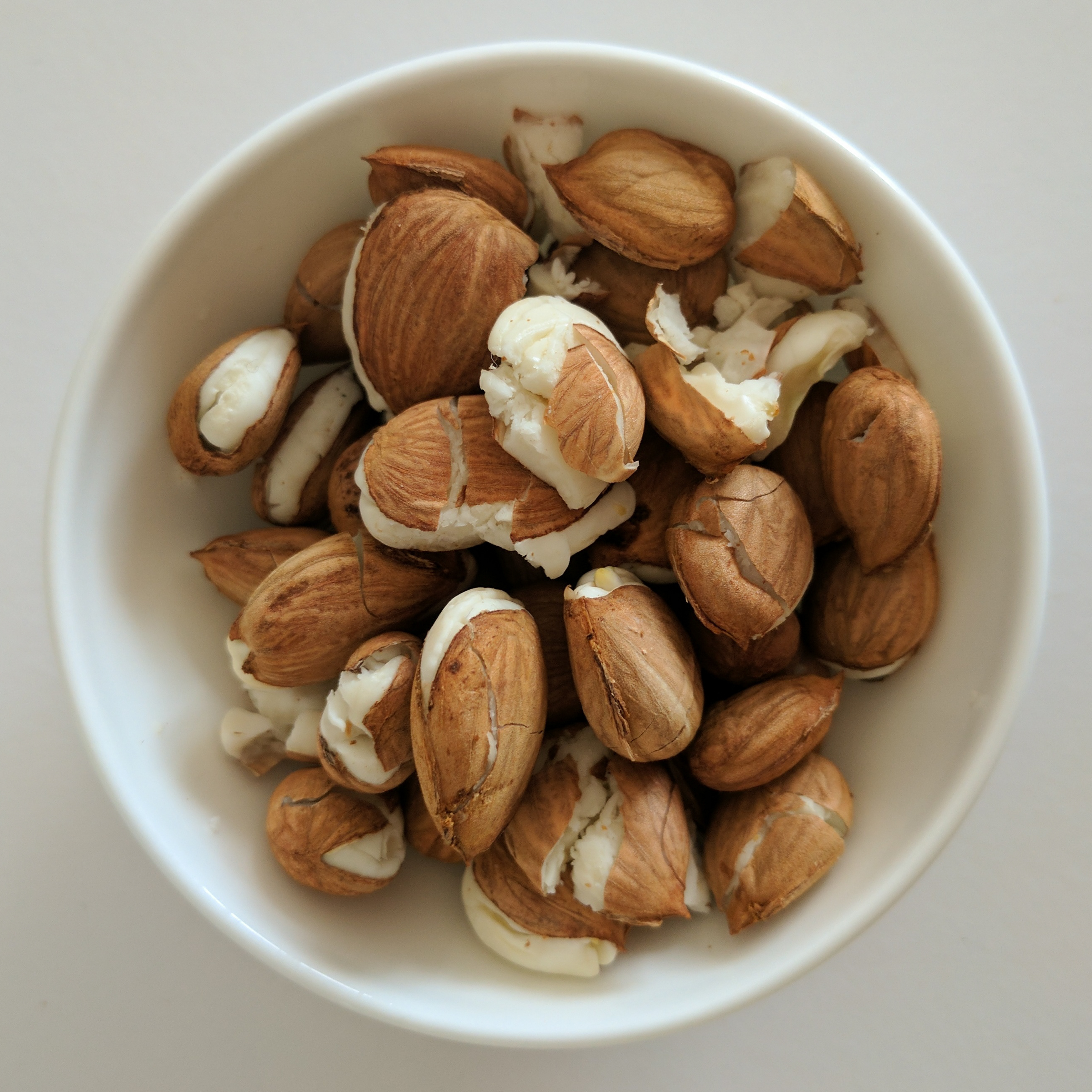
Aprikosenkerne
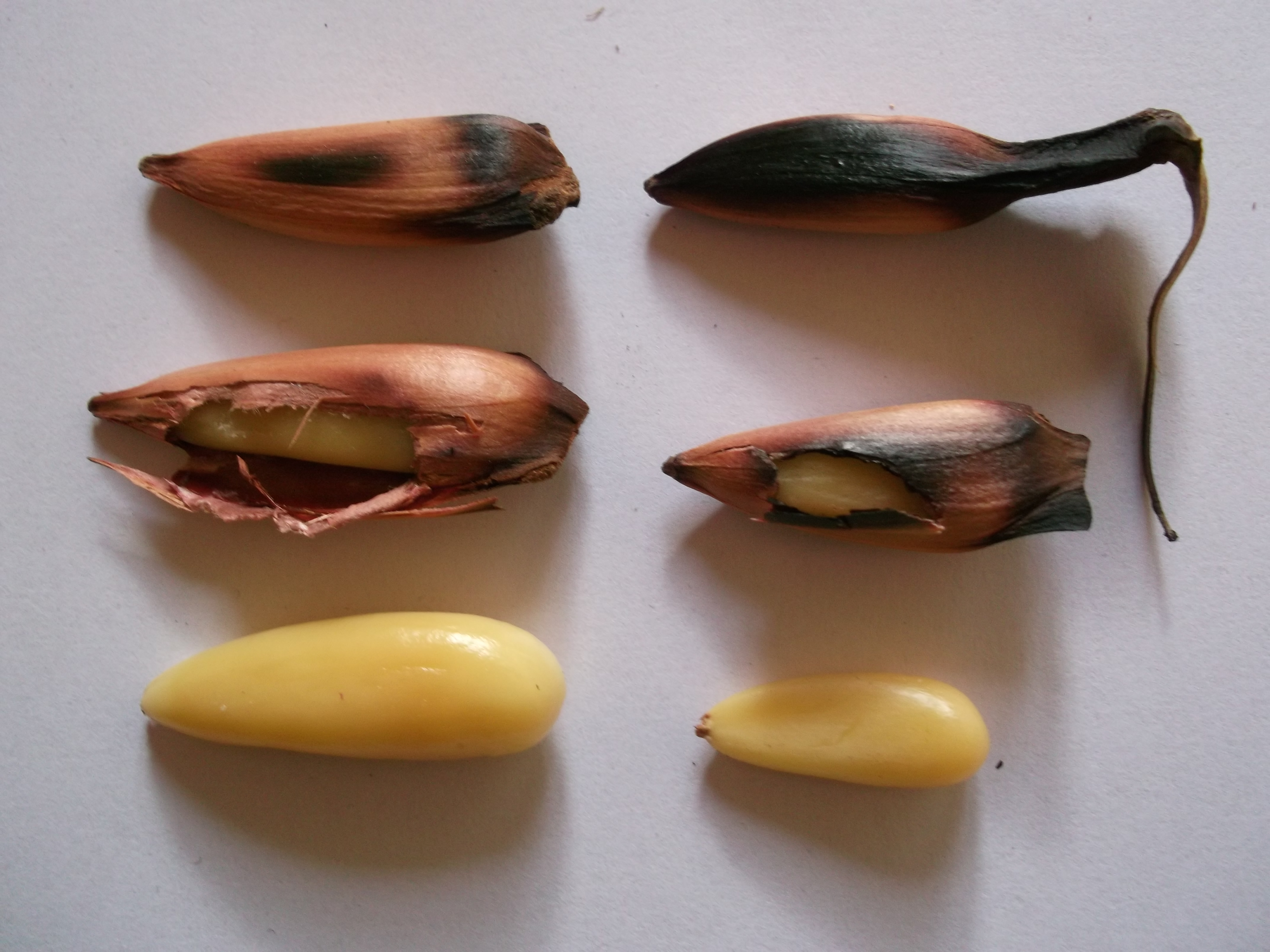
versch. Araukariensamen (Kerne) (Araucaria bidwillii, Araucaria araucana, Araucaria angustifolia, Araucaria heterophylla u. a.)
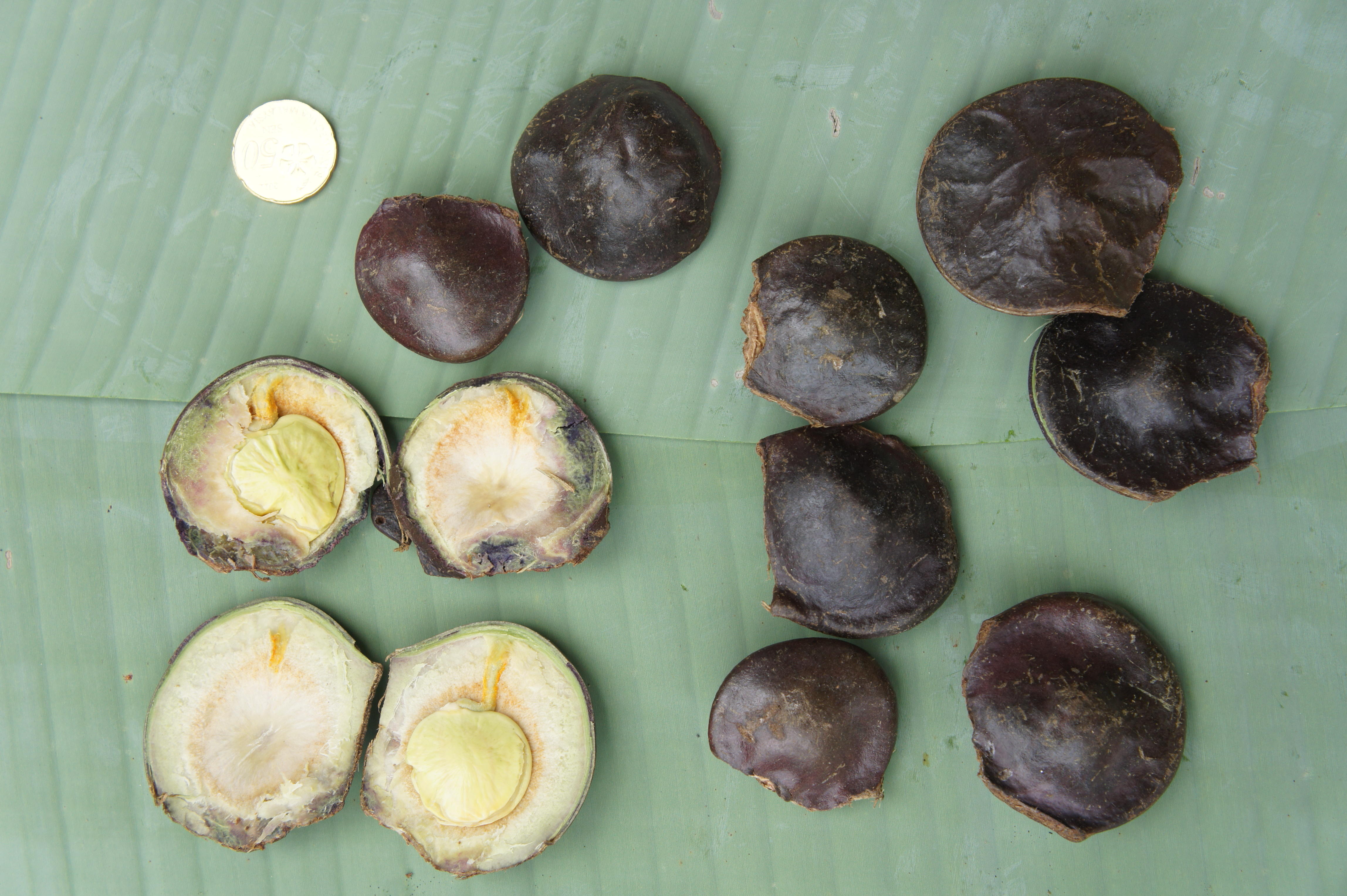
Archidendron pauciflorum, Archidendron jiringa, Archidendron quocense Archidendron bubalinum (Djenkol, Jenkol, Jering)
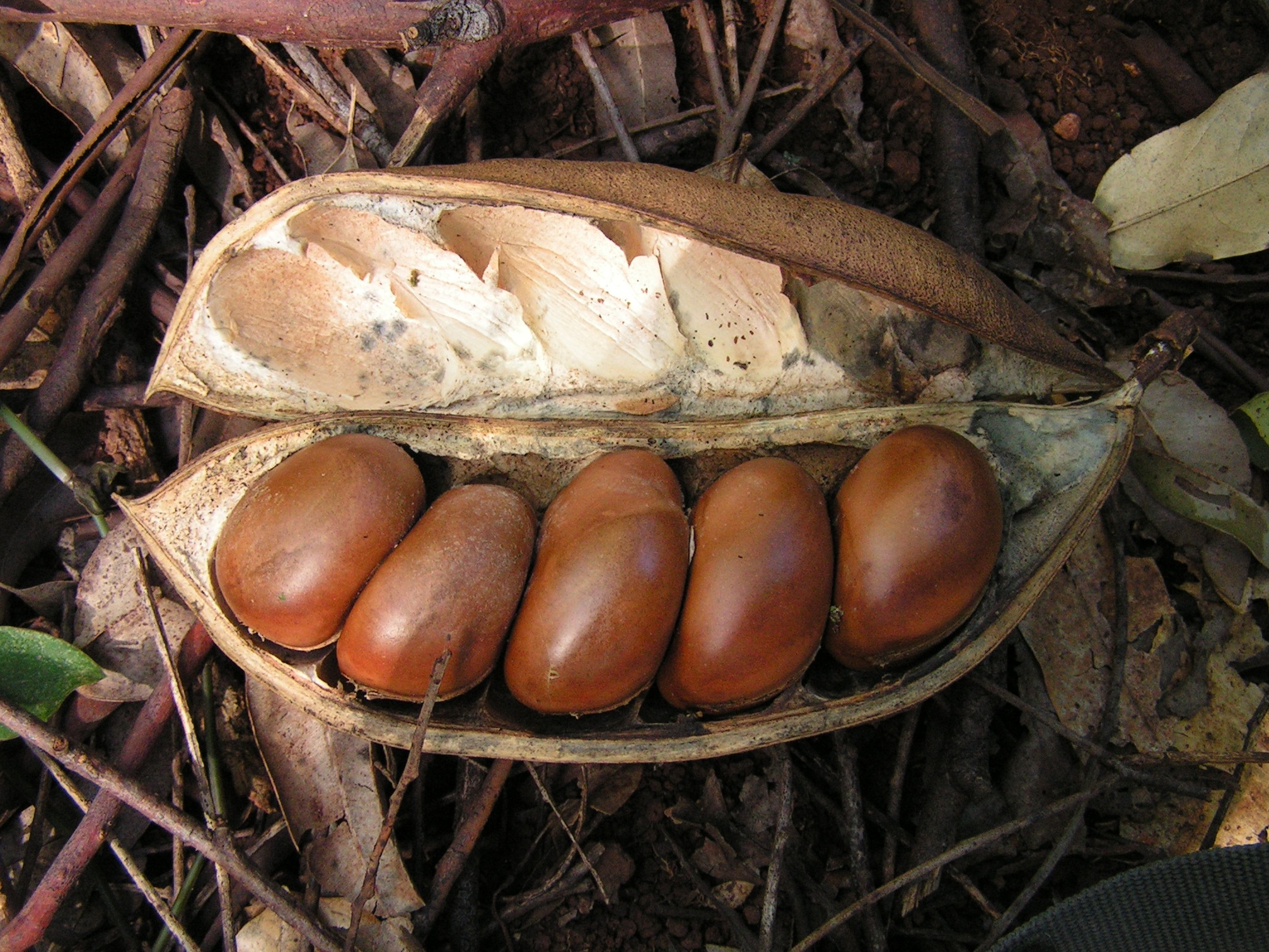
Australische Kastanie (nur gut vorgewässert und gekocht)
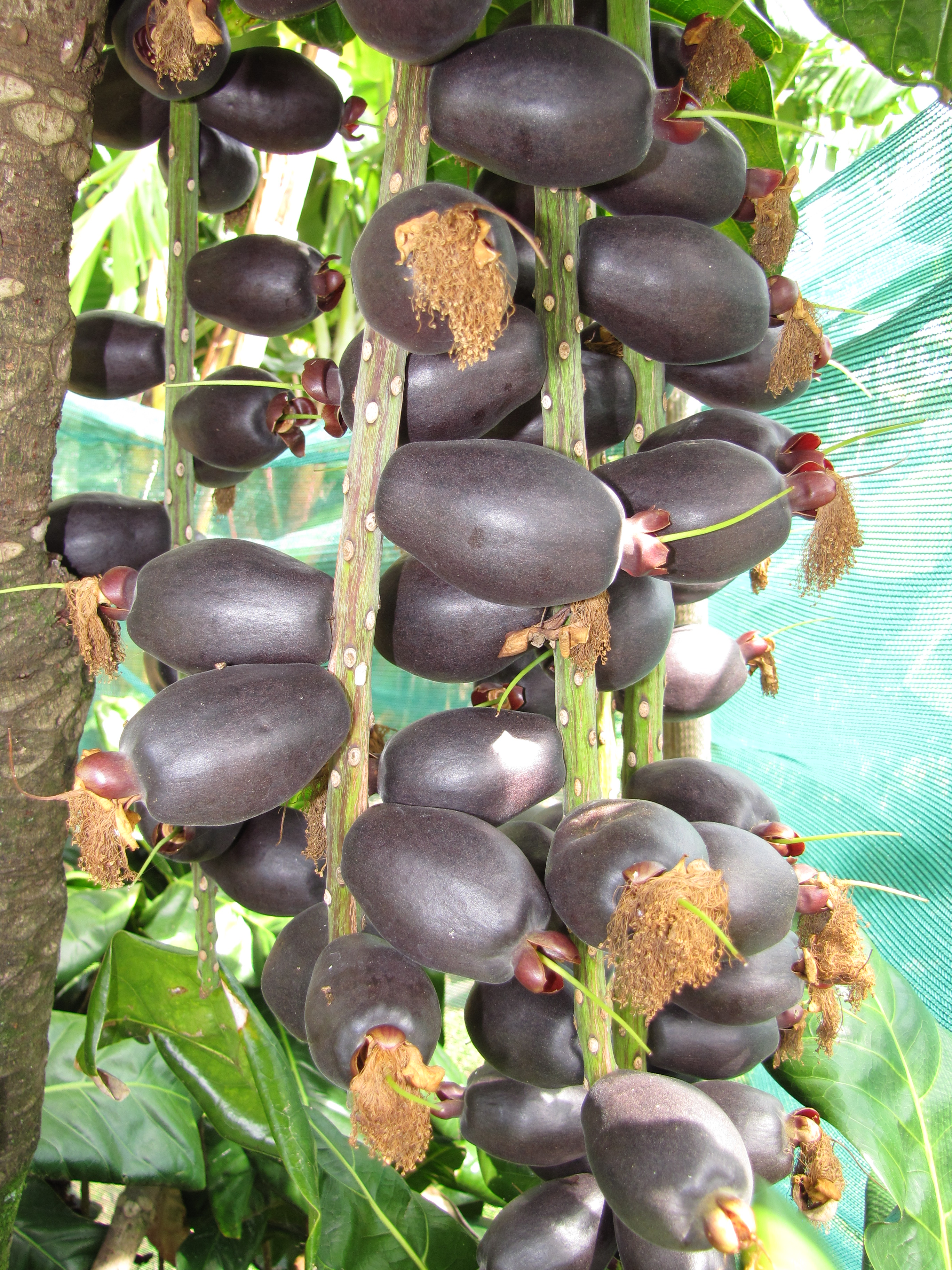
Barringtonia edulis (Samen)
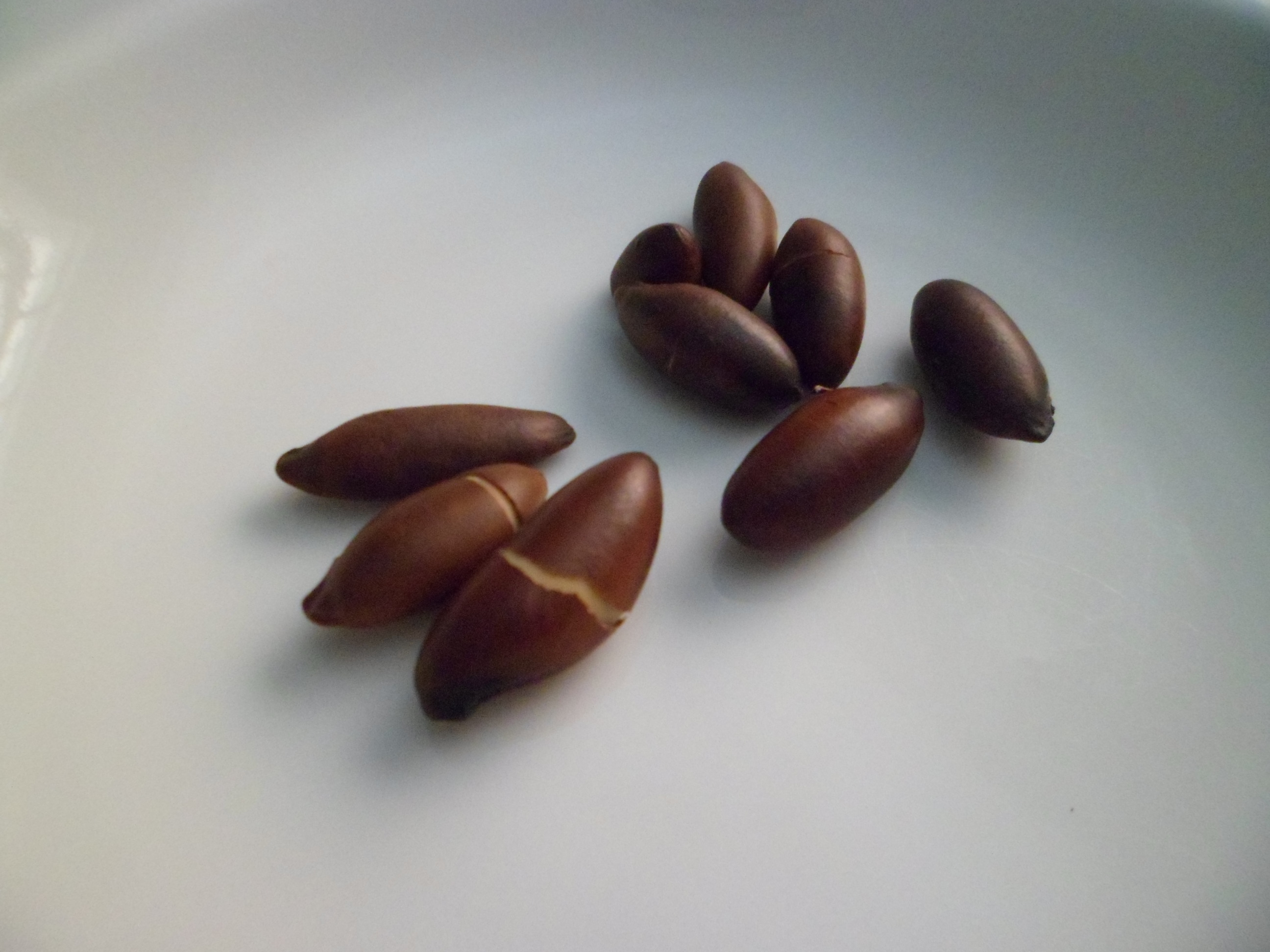
Baru
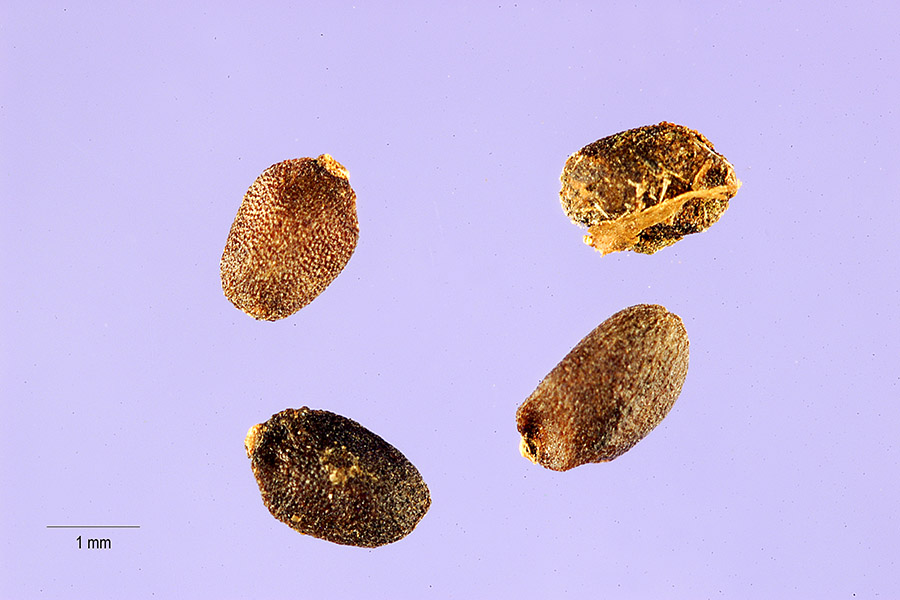
versch. Basilikum-Samen (die Samen oder auch die aufgequollene Samenschale)
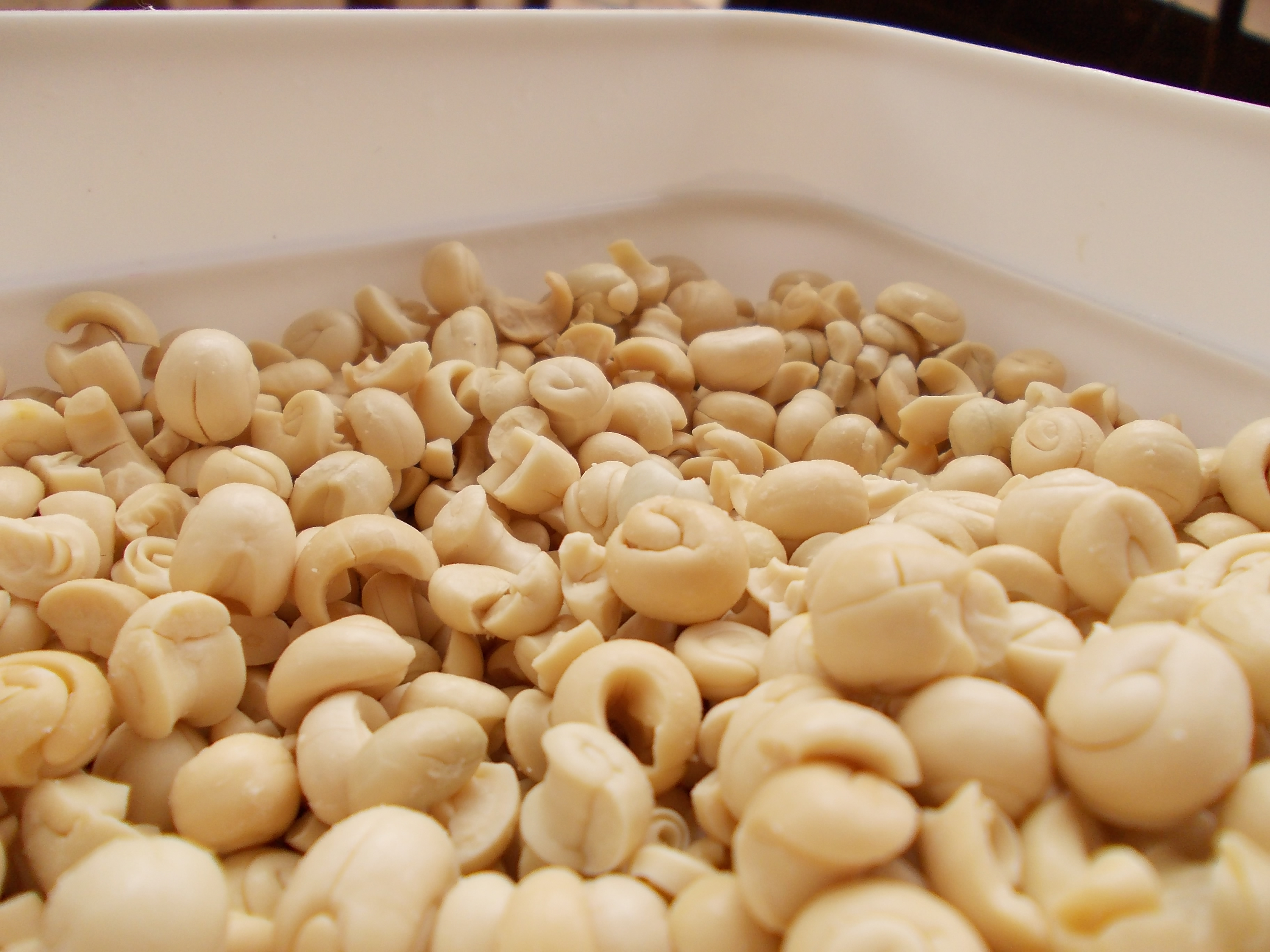
Boscia senegalensis (Samen)
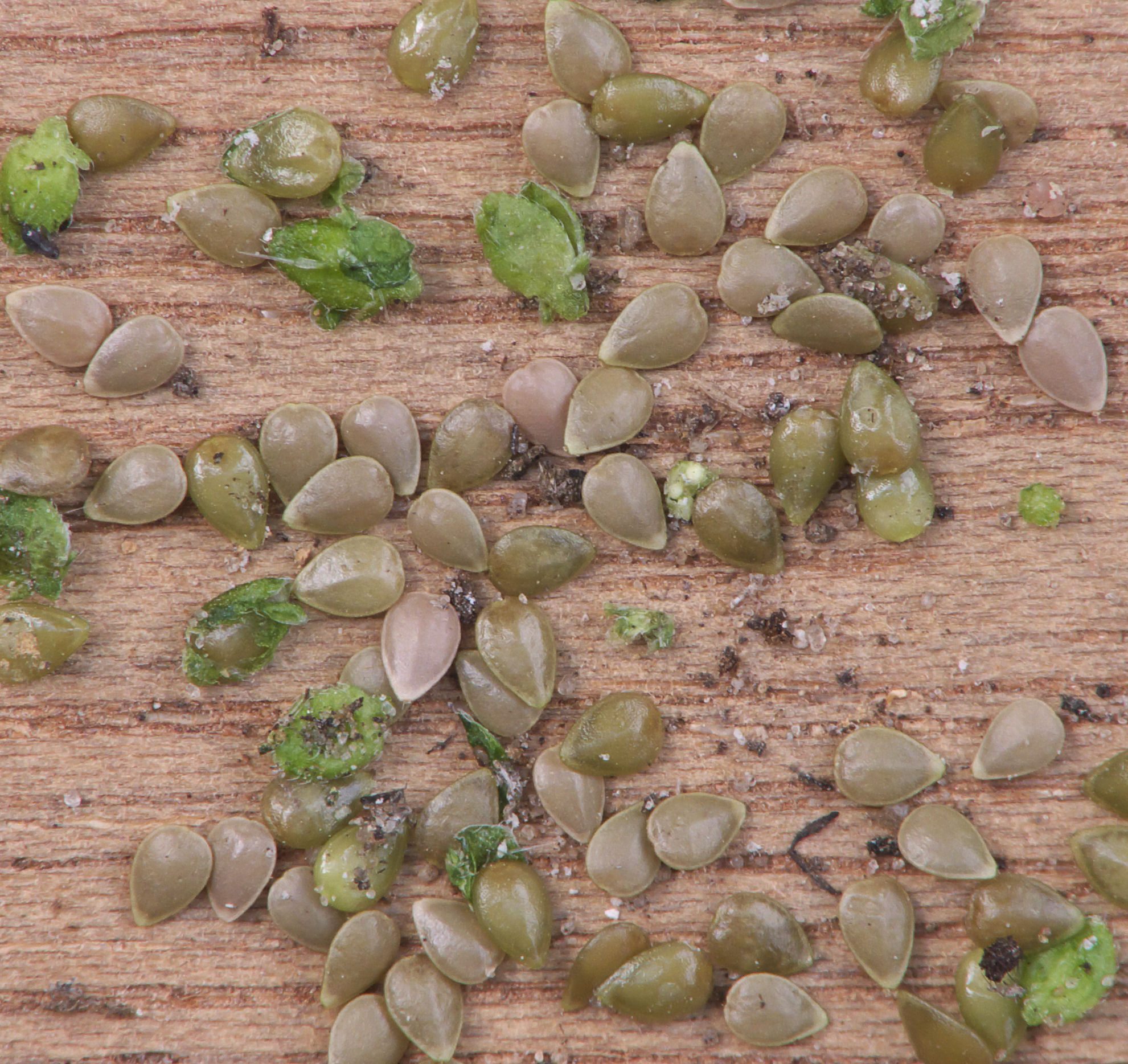
Brennnesselsamen
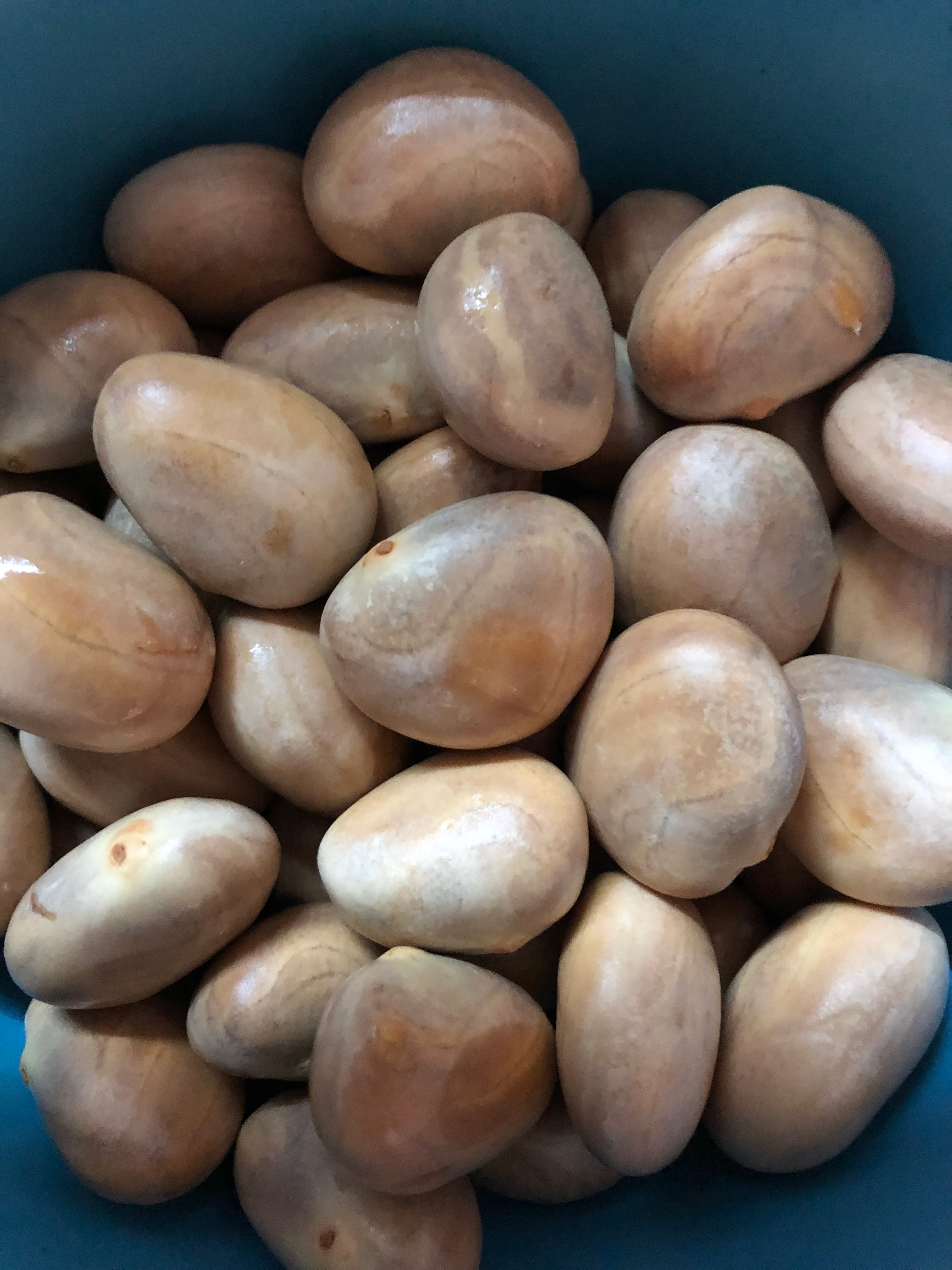
Brotfrucht, Jackfrucht, Cempedak
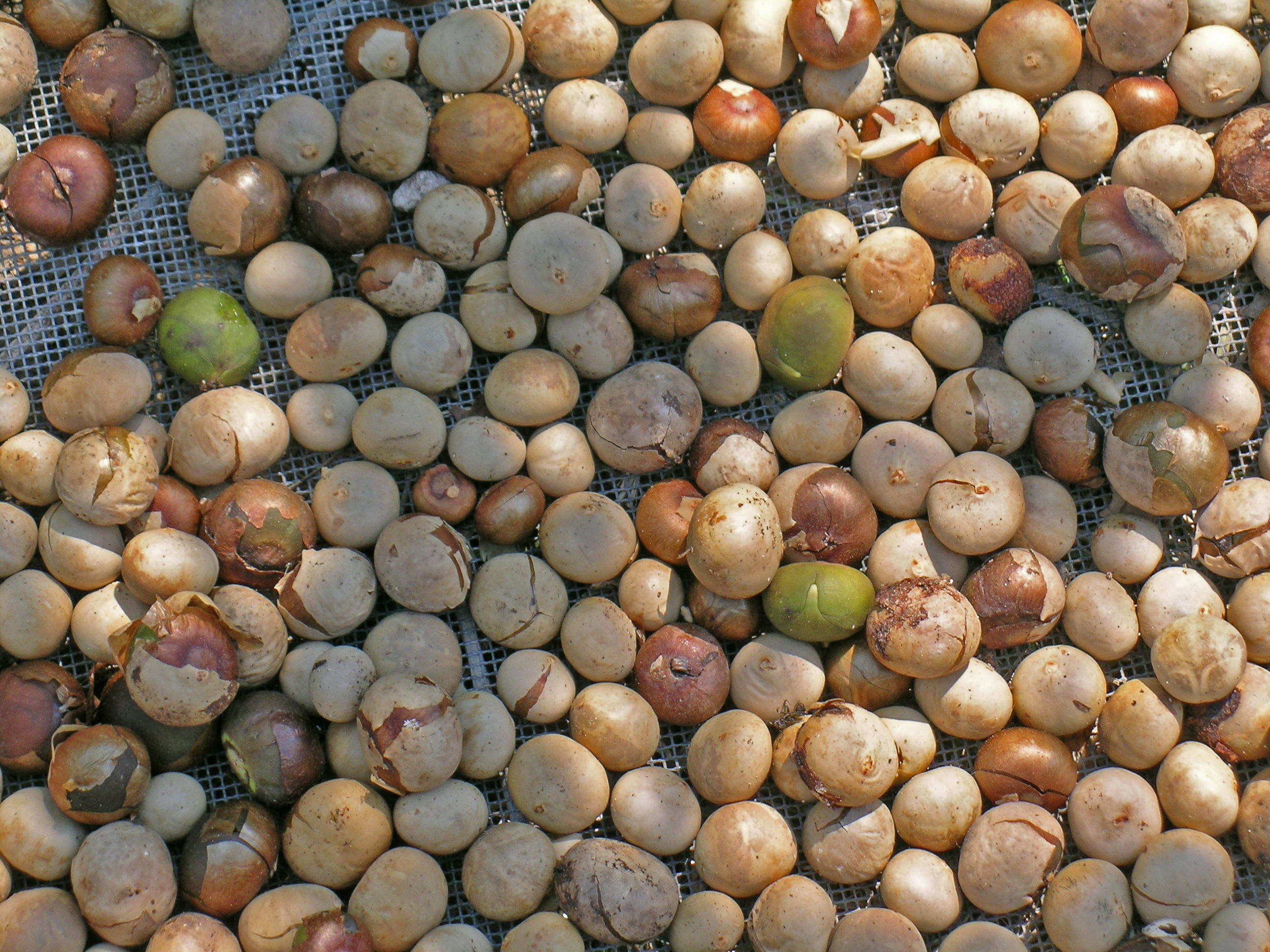
Brotnussbaum
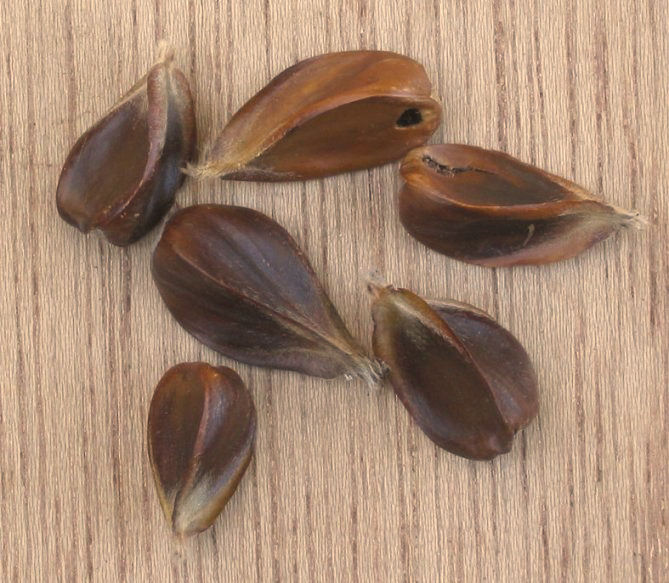
Bucheckern
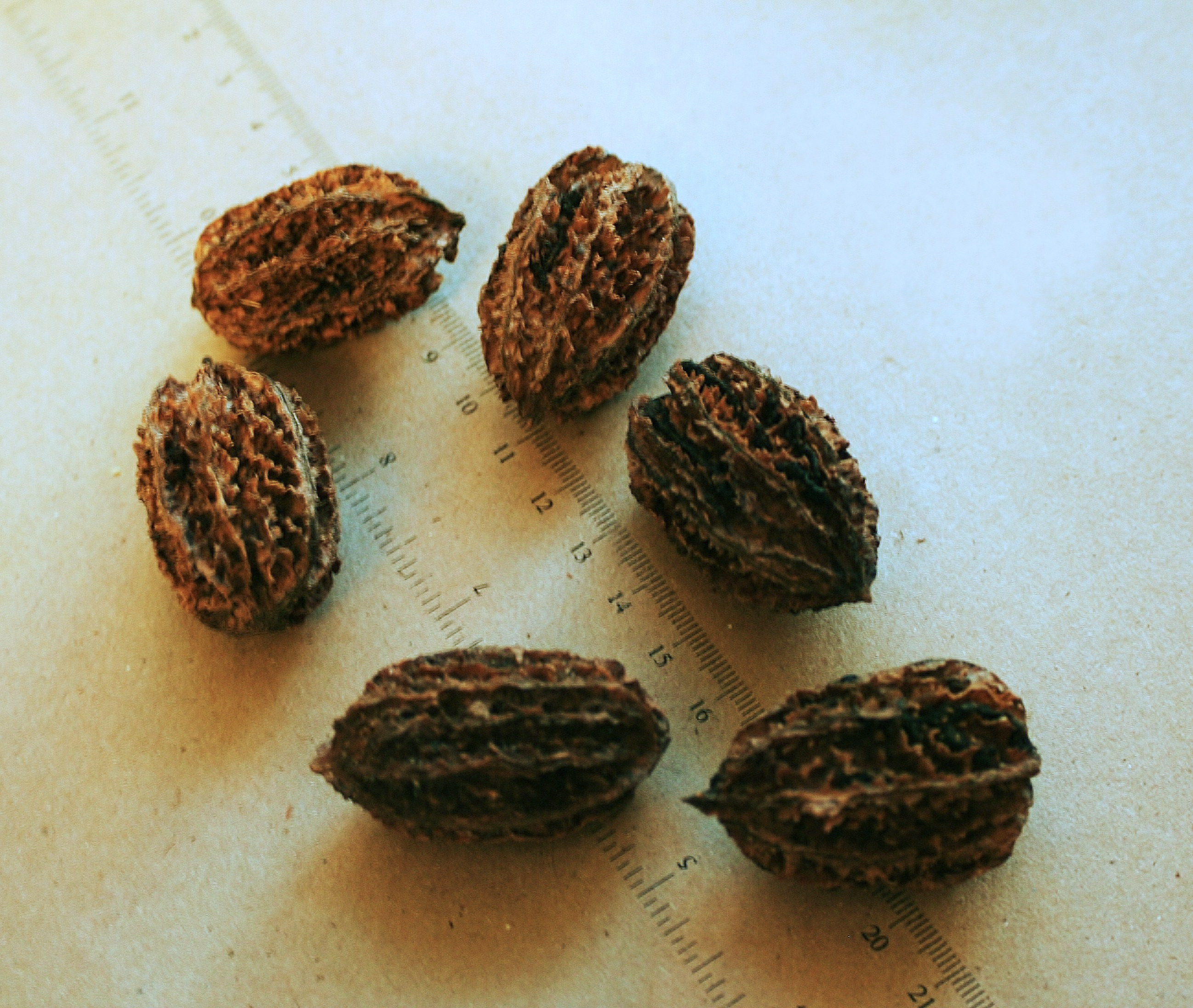
Butternuss
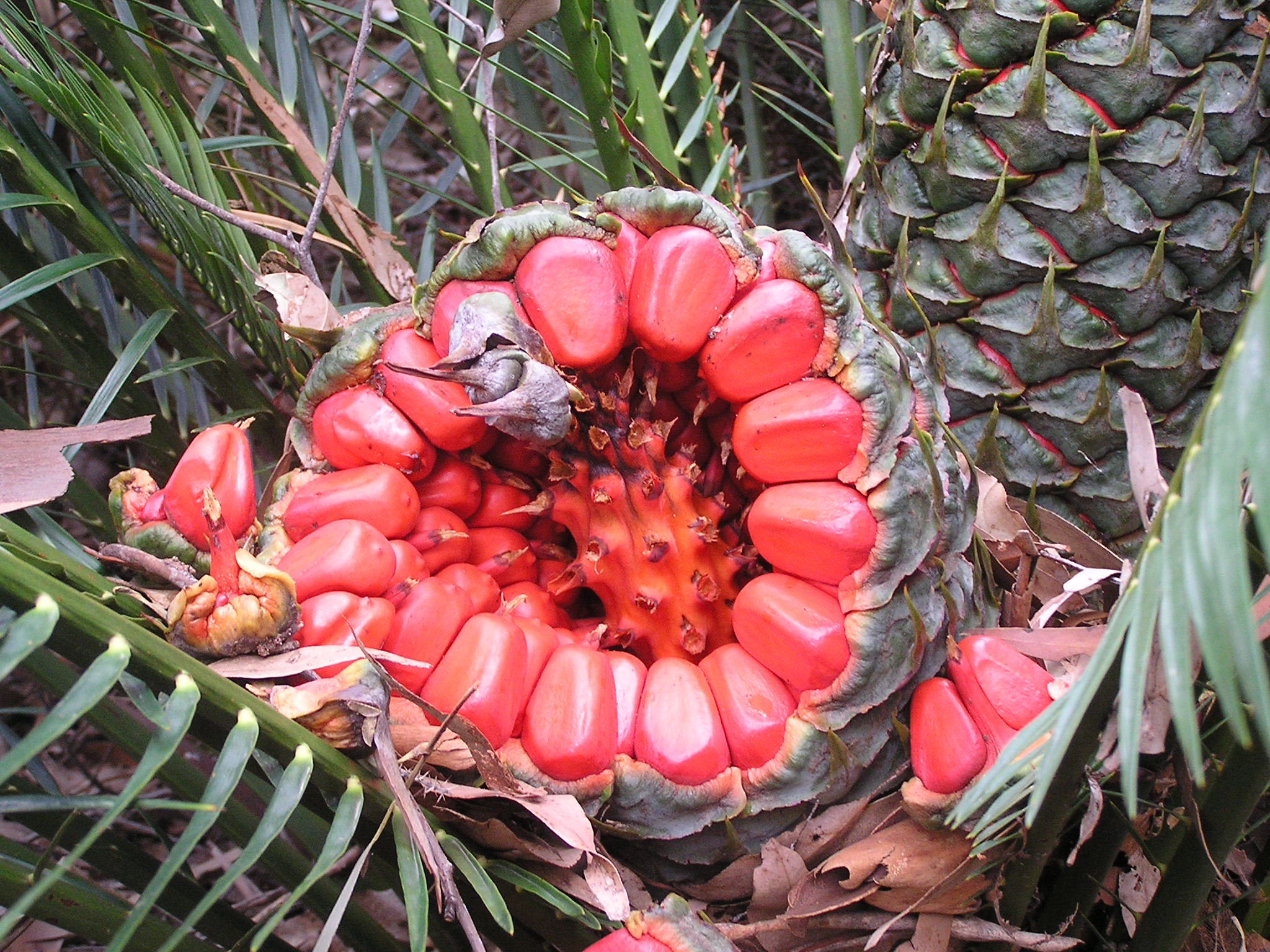
Burrawangsamen (roh, unbehandelt giftig)
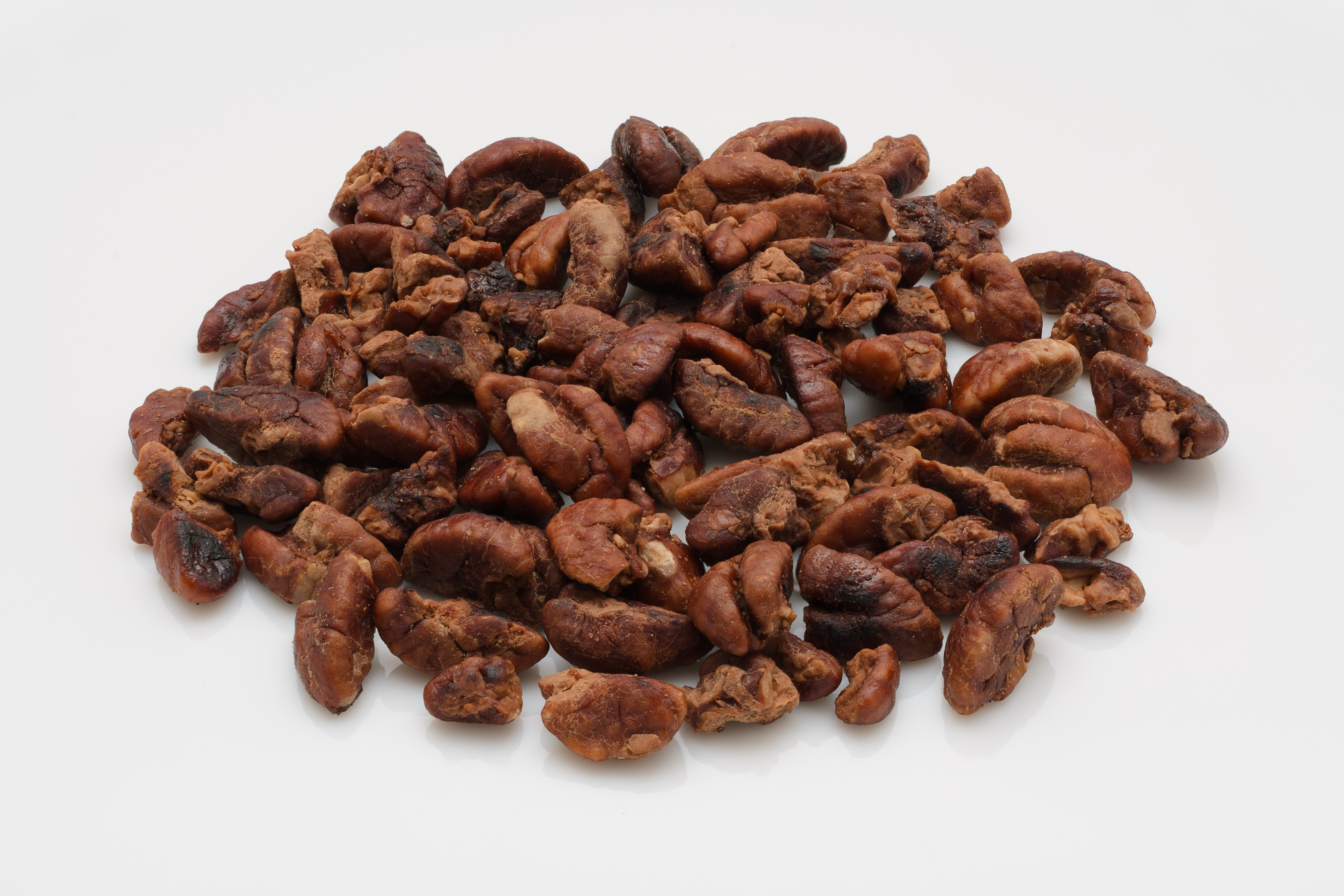
Nüsse von versch. Carya-Arten
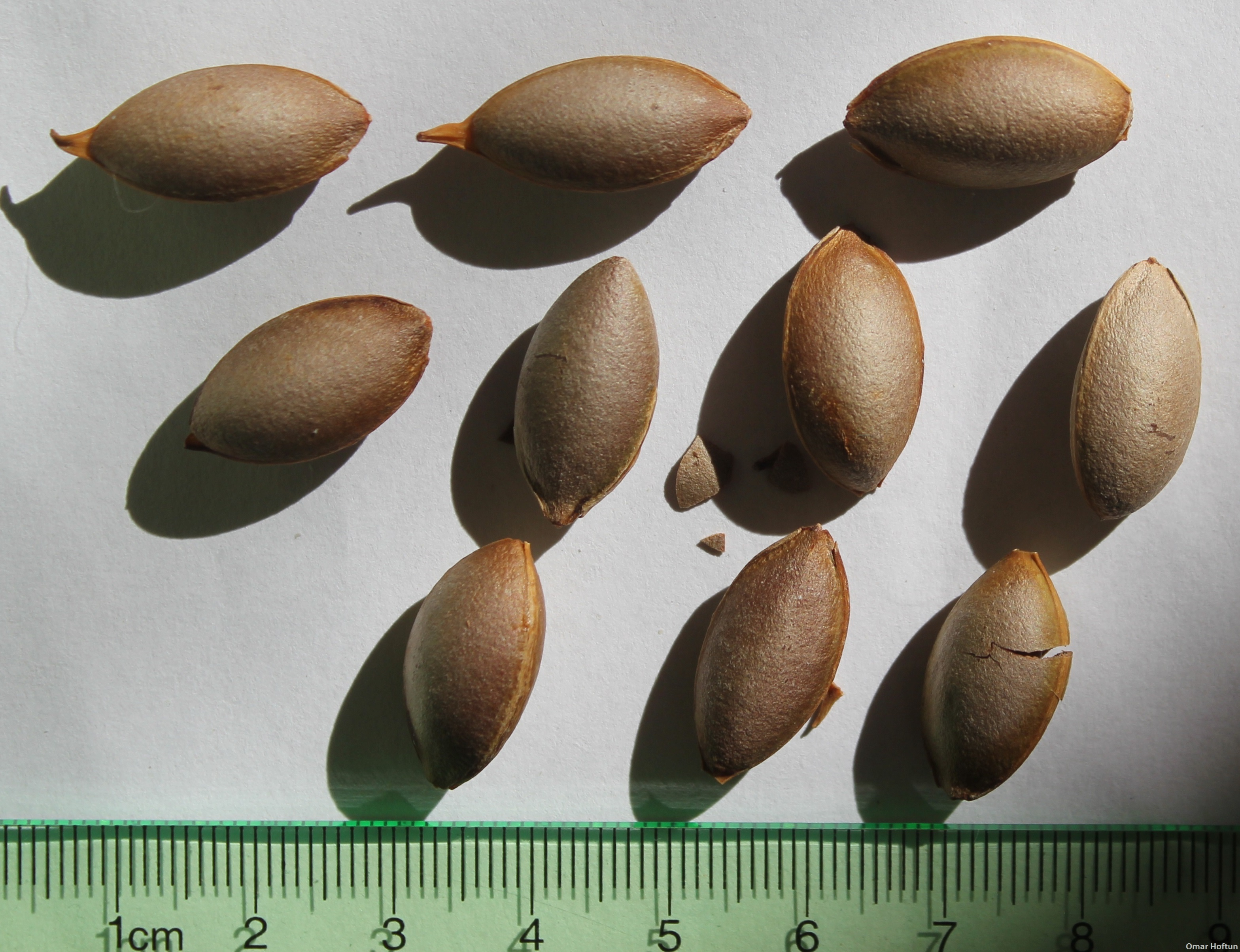
versch. Cephalotaxus-Samen
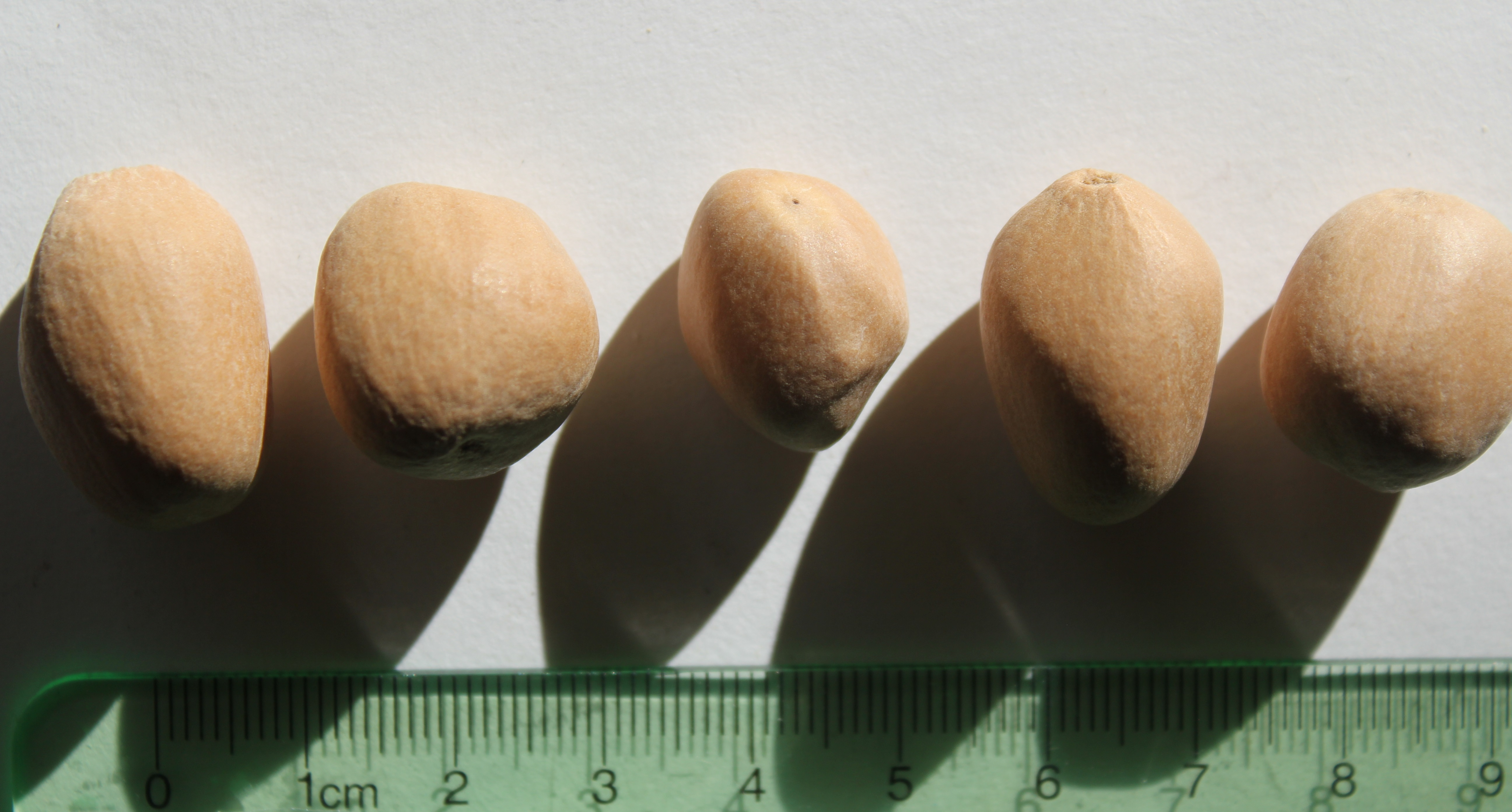
Chamal
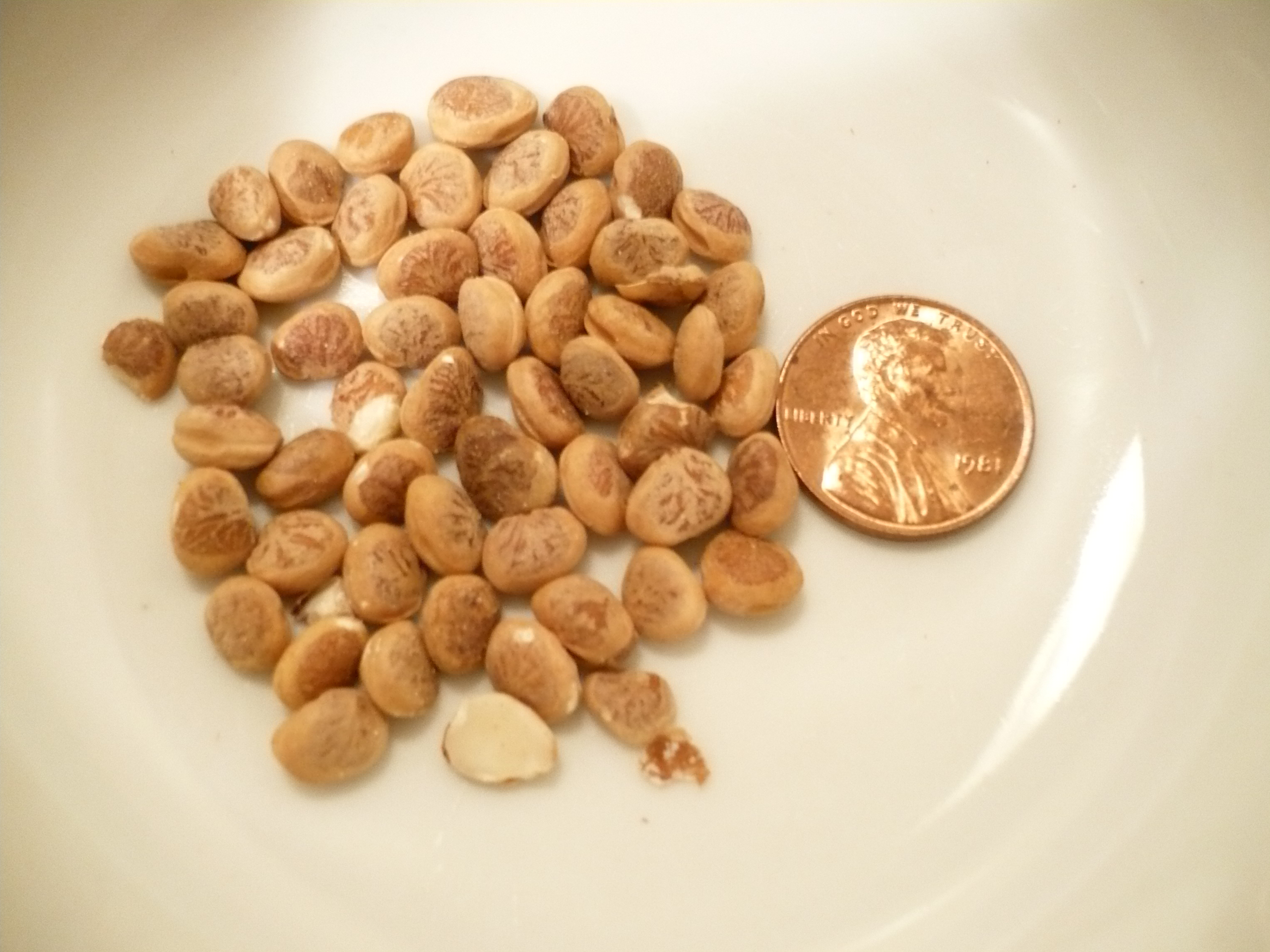
Charoli (Chironji)
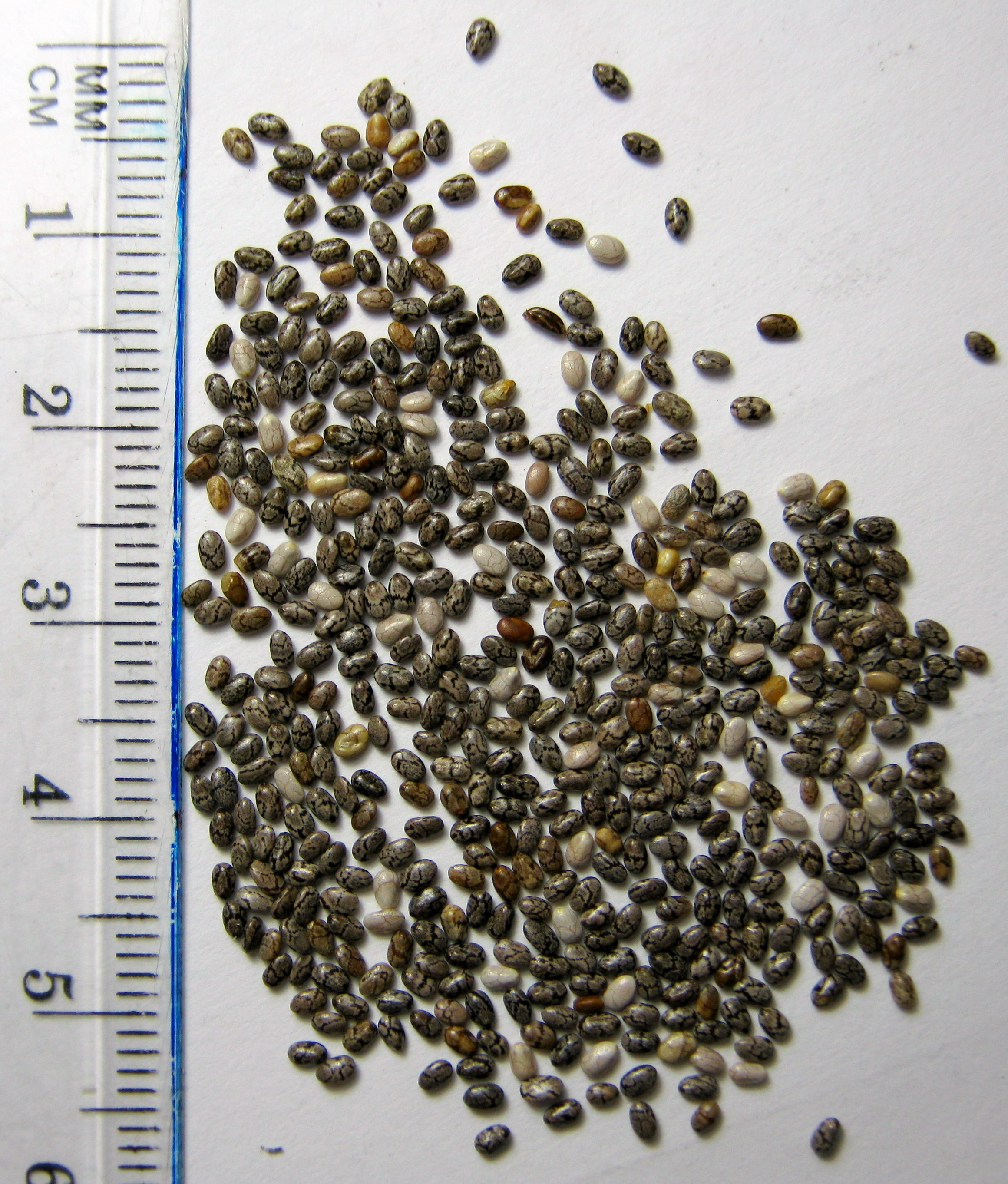
Chia
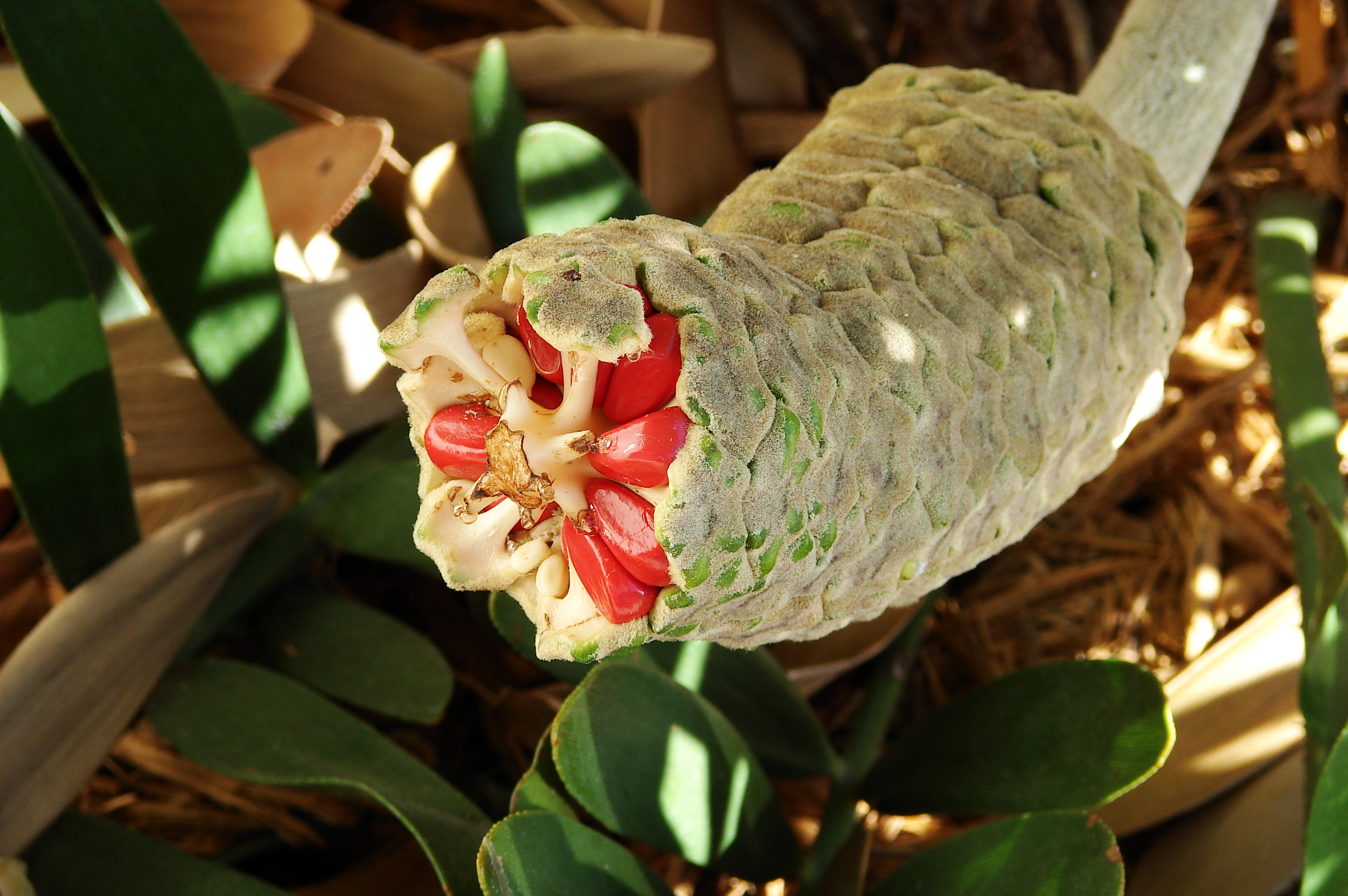
Chigua (Zamia chigua, Zamia obliqua auch Zamia roezlii) (roh, unbehandelt giftig)
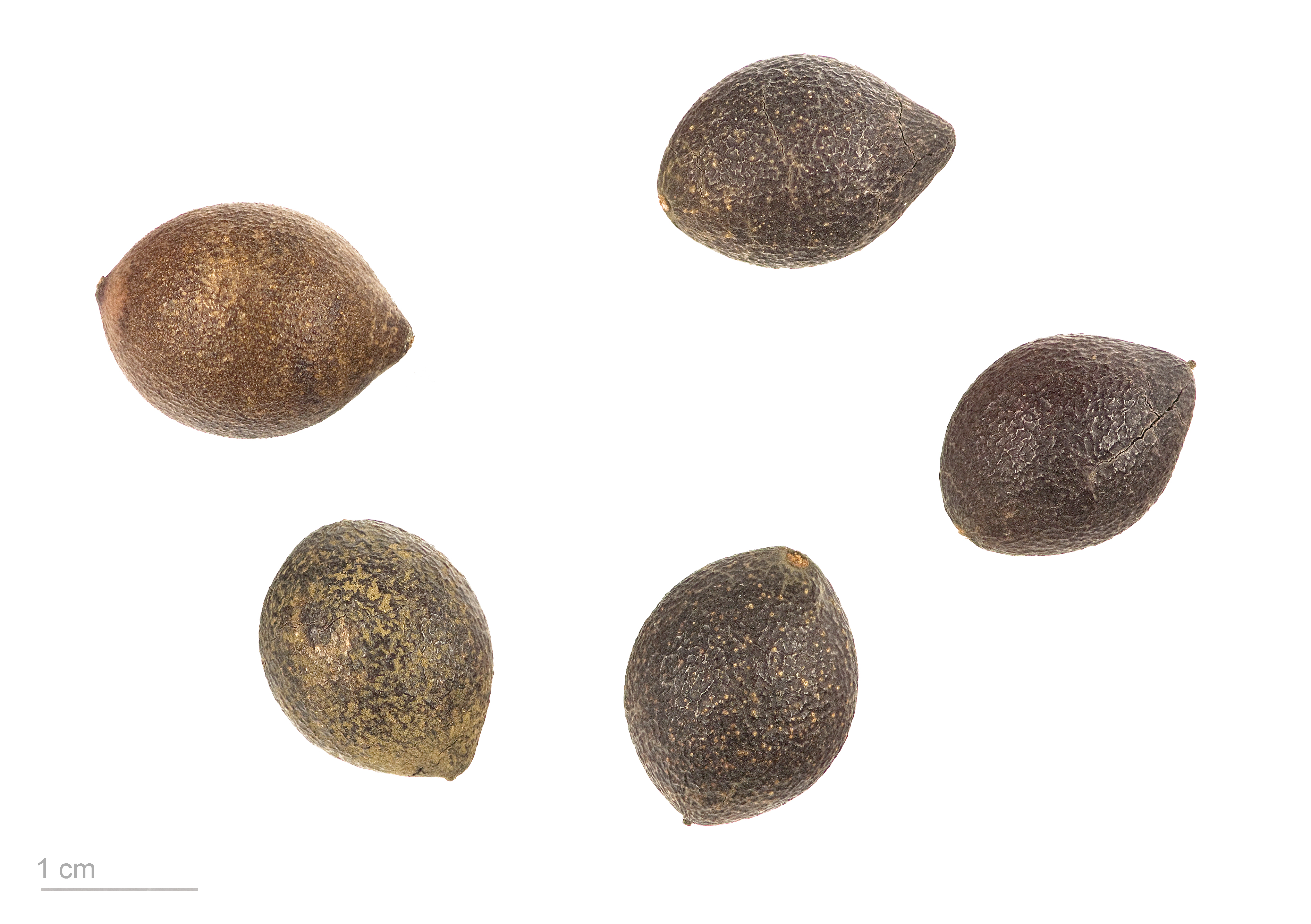
Chilenische Haselnuss
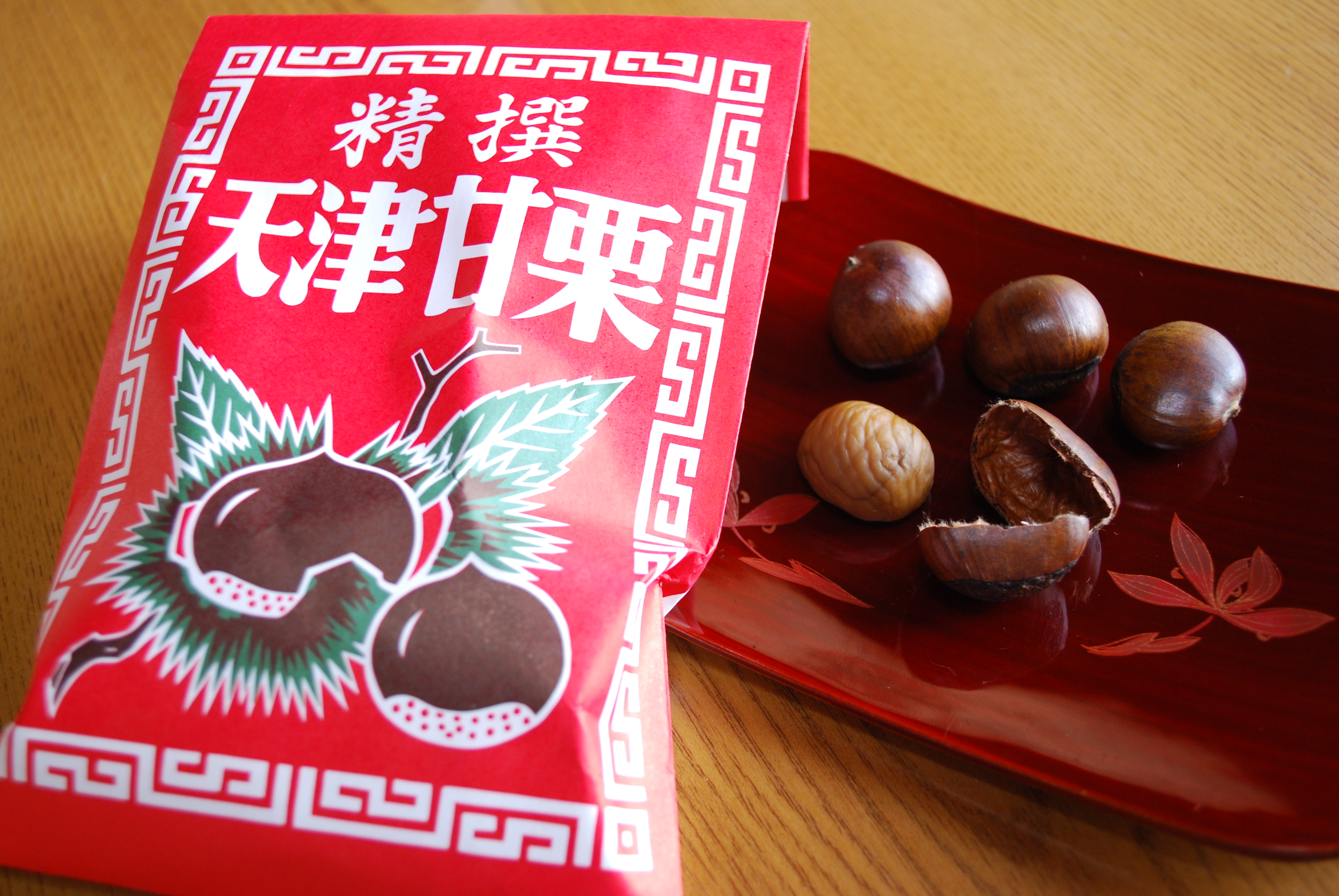
Chinesische Kastanie (auch die Japanische Kastanie)
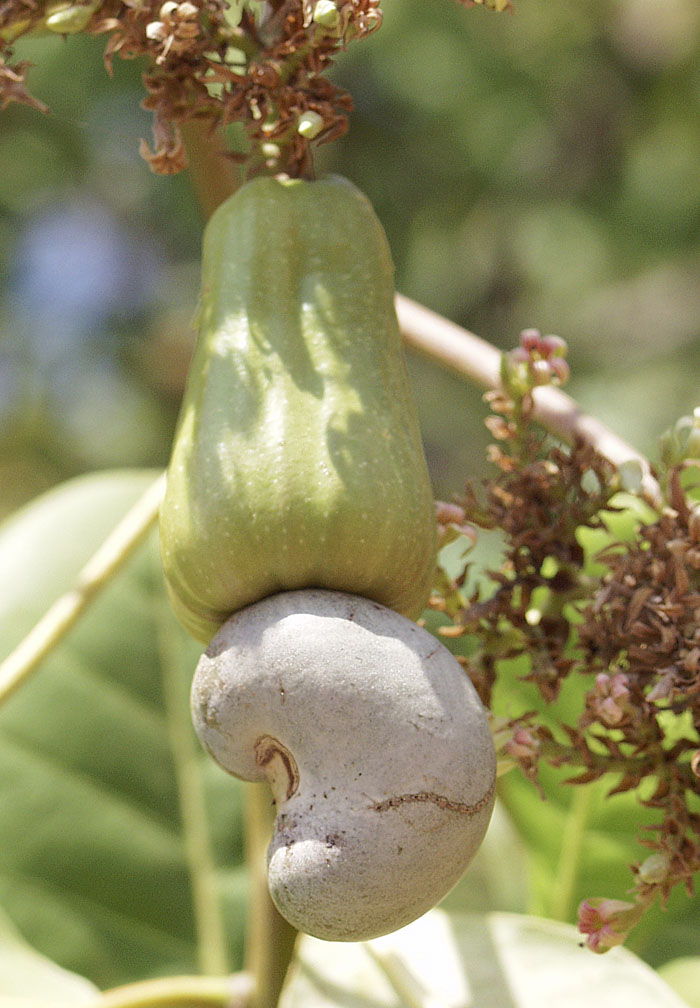
Cashewfrucht („Cashewapfel“ und „Nuss“)
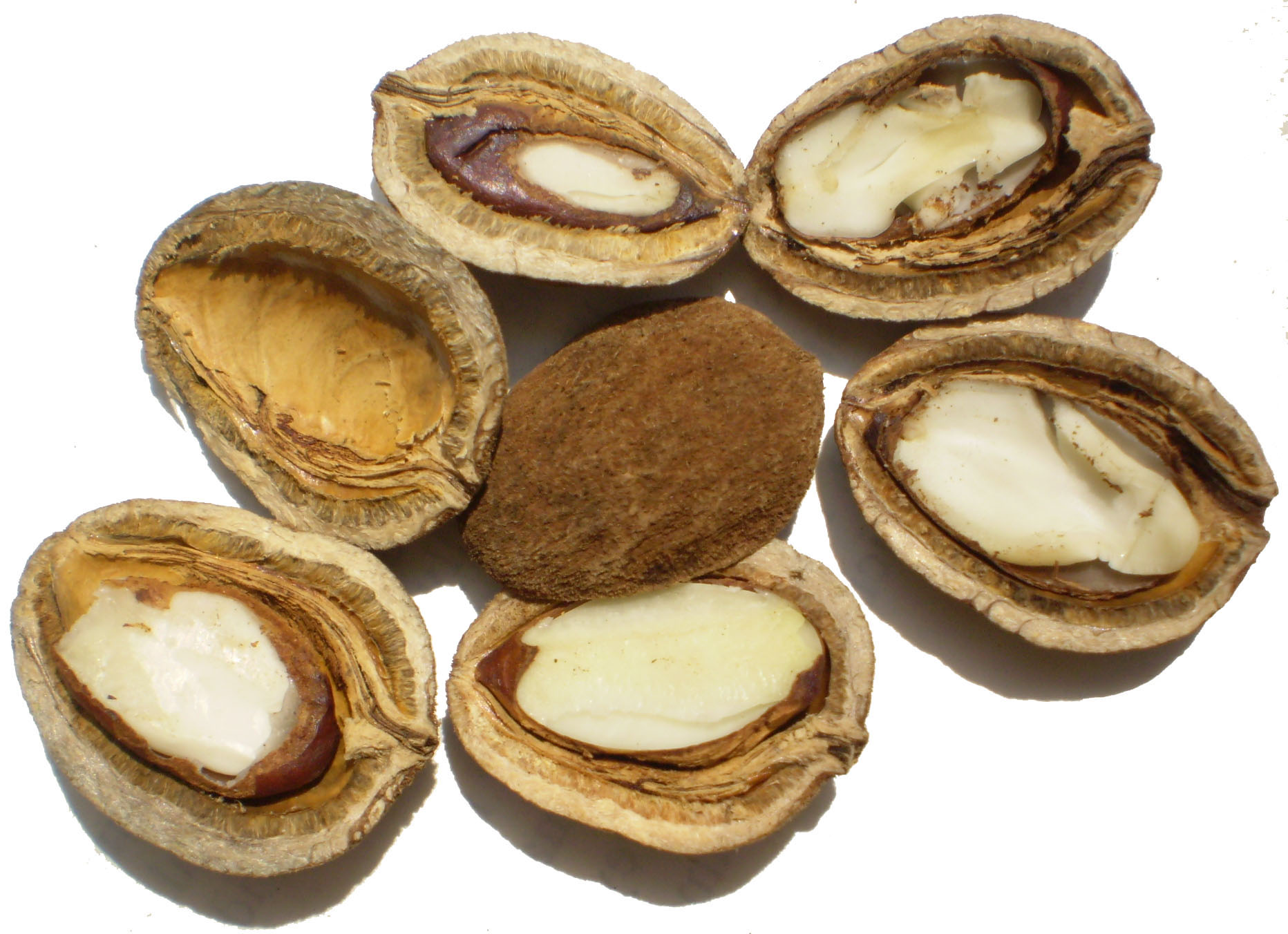
Dikasamen („Nuss“) (ähnliches Bild)
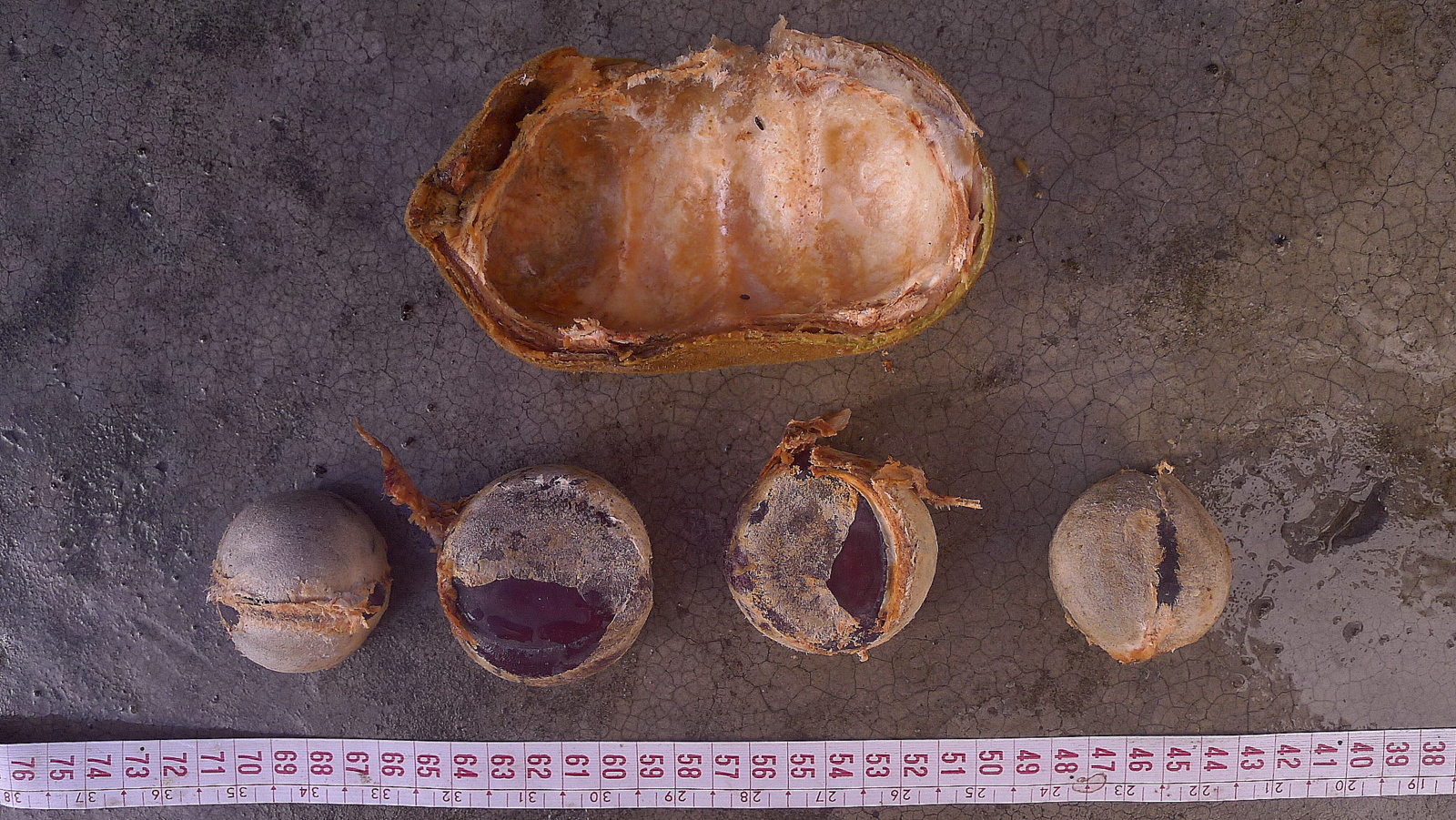
Dioclea edulis (nur gekocht)
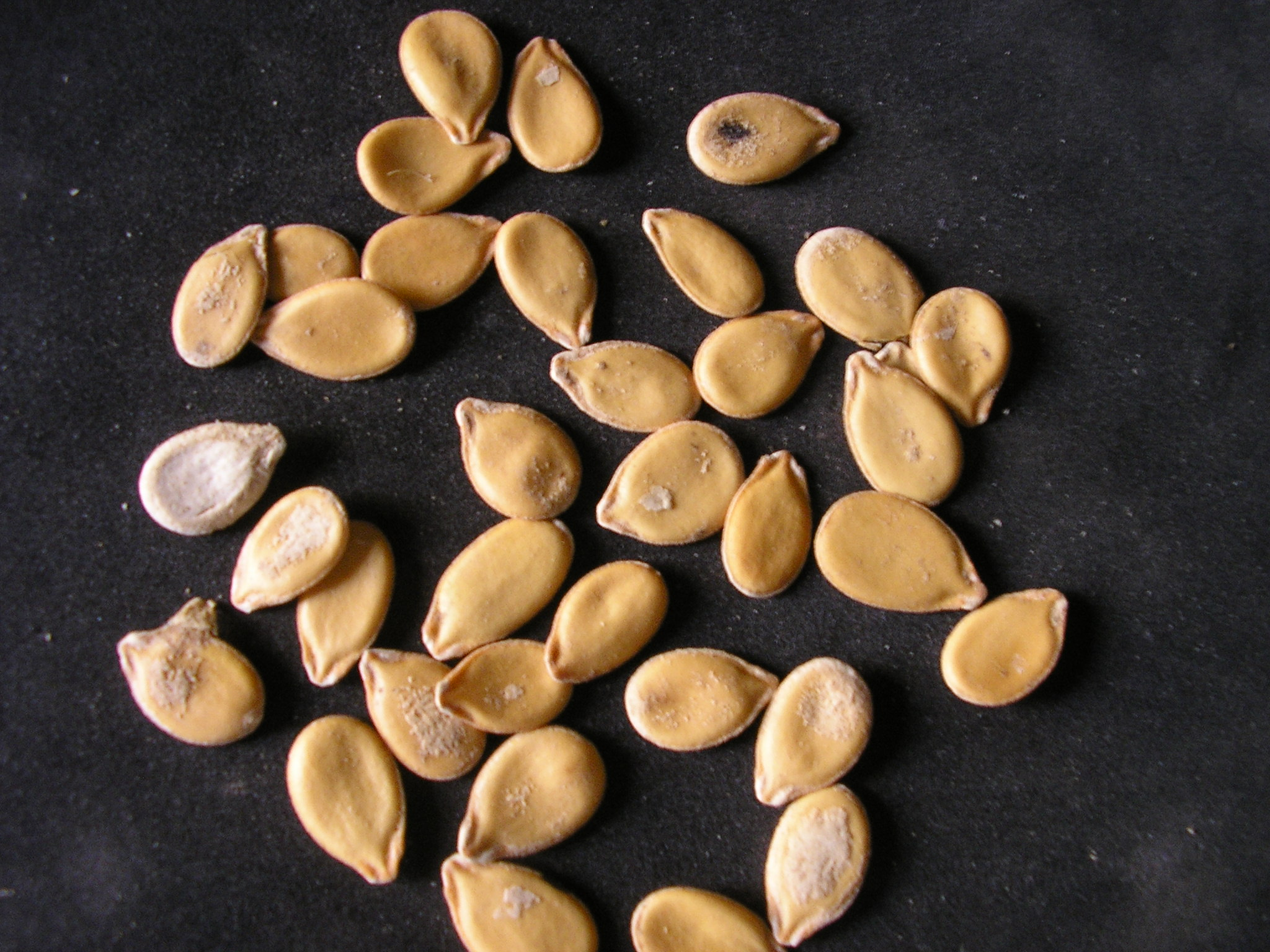
Egusi (Neri) (Samen von Cucumeropsis mannii oder Wassermelonen)
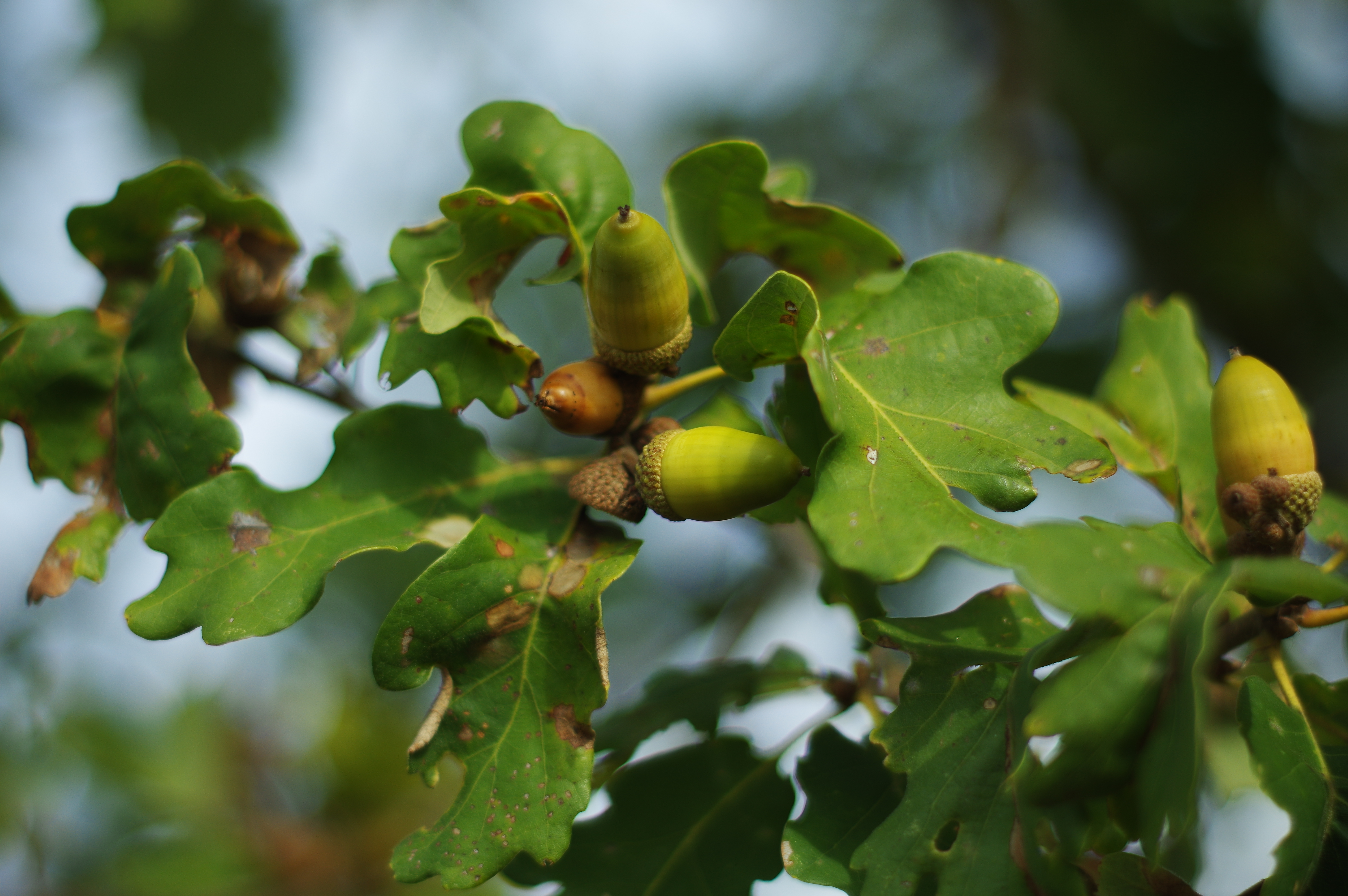
Eicheln (vor allem in Korea und Japan genutzt)
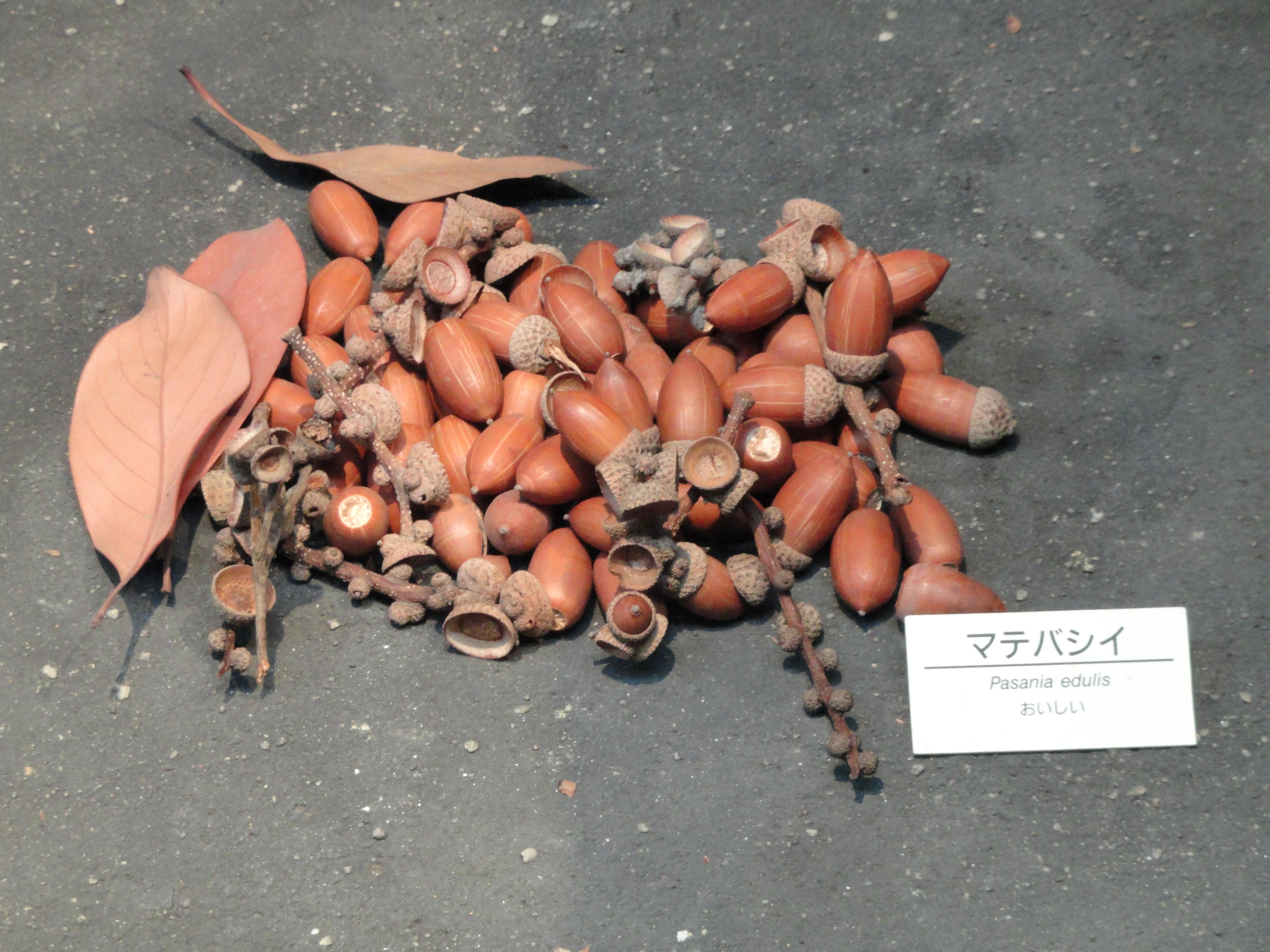
Eichelähnliche (Lithocarpus corneus, Lithocarpus philippinensis u. a.)
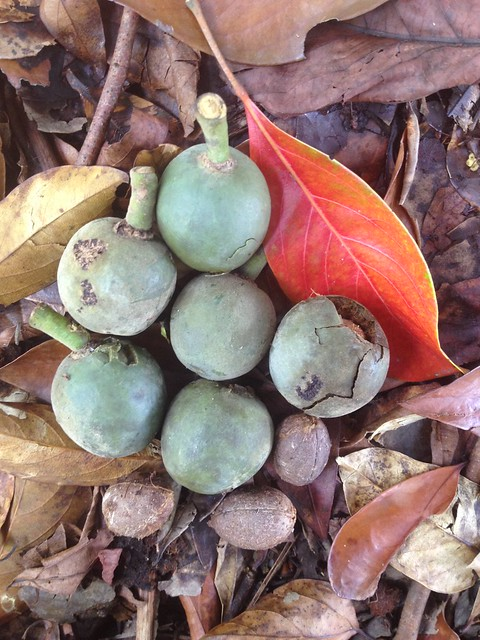
Elaeocarpus bancroftii
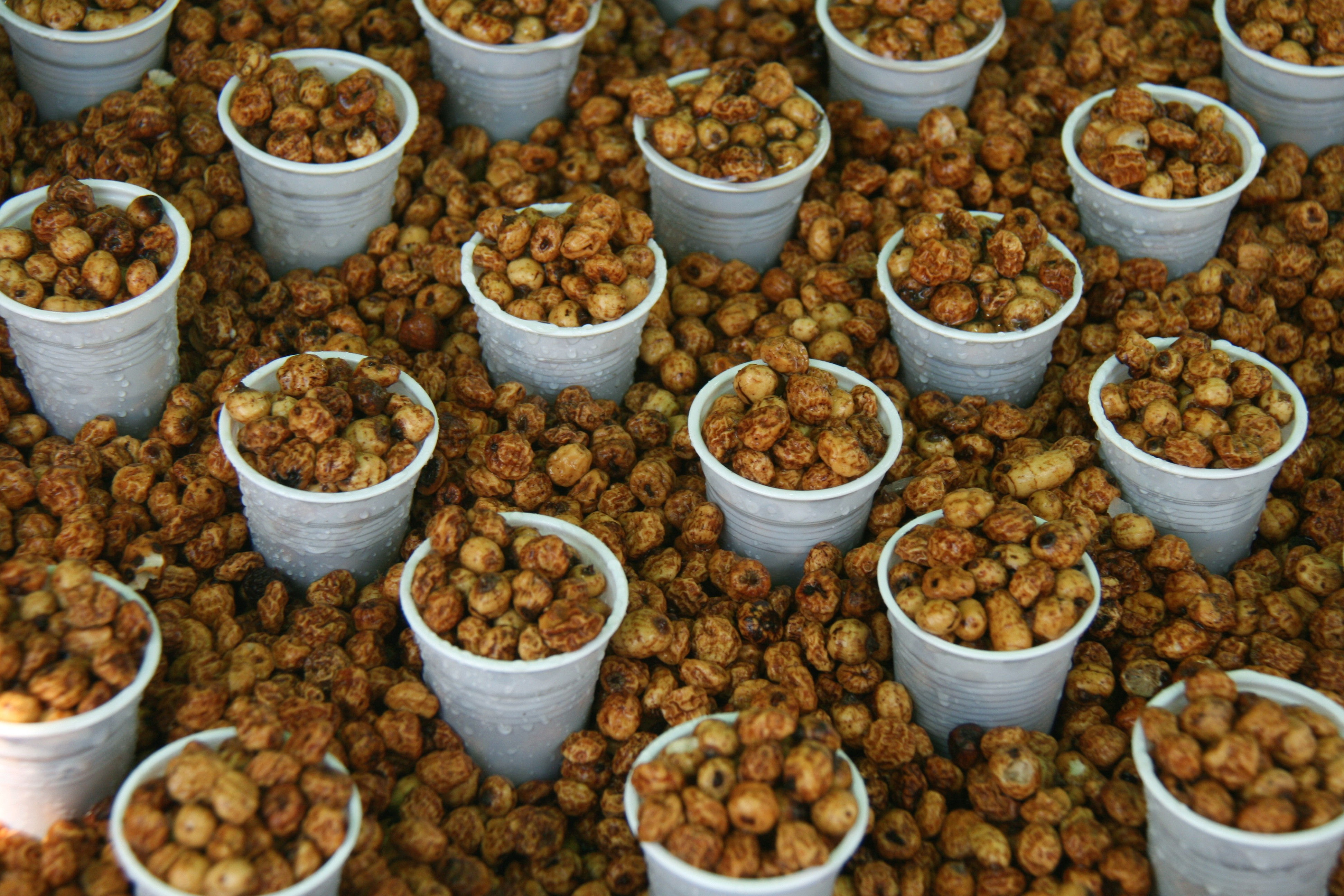
Erdmandel (Chufa, Tigernuss)
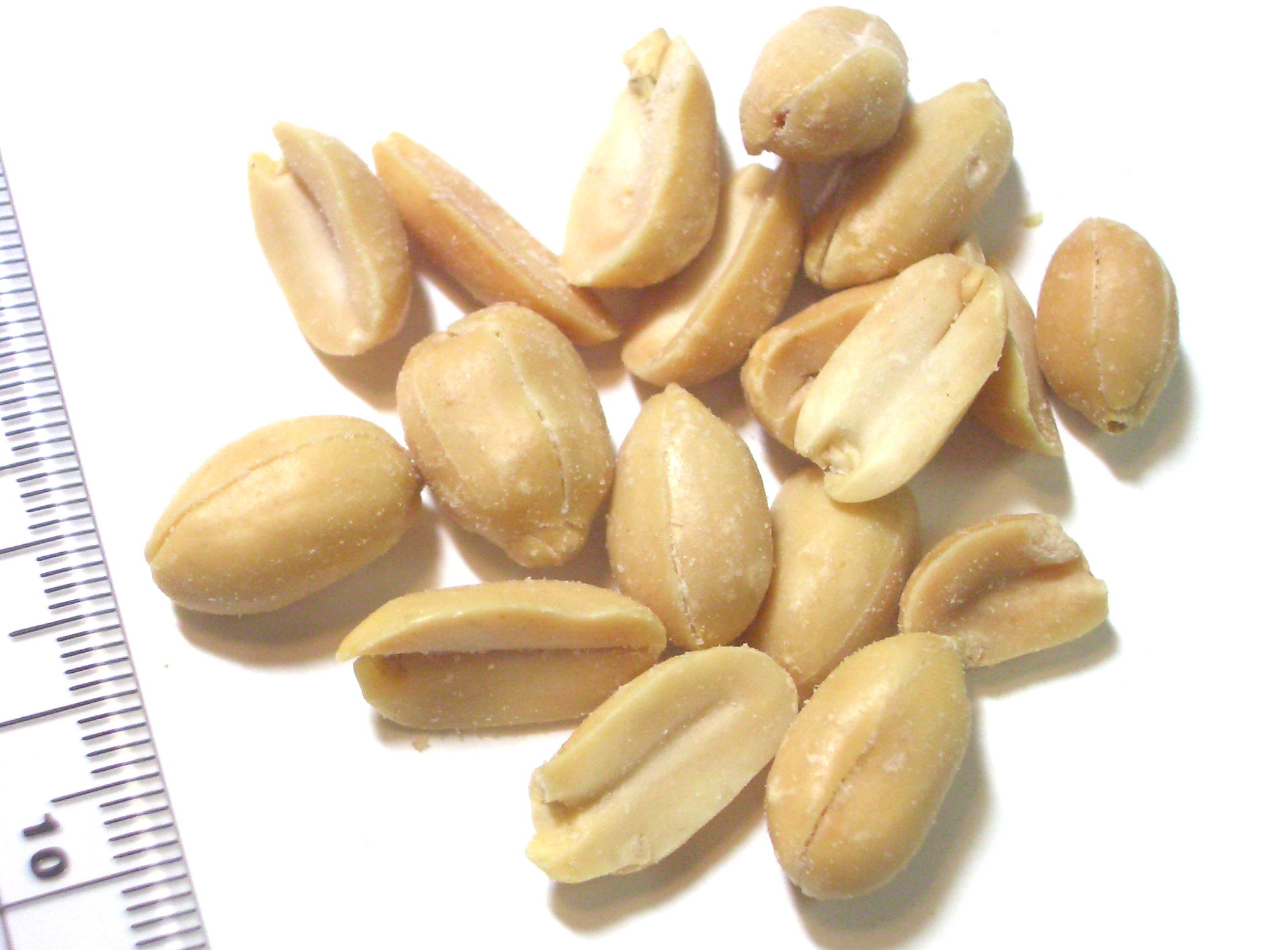
Erdnuss
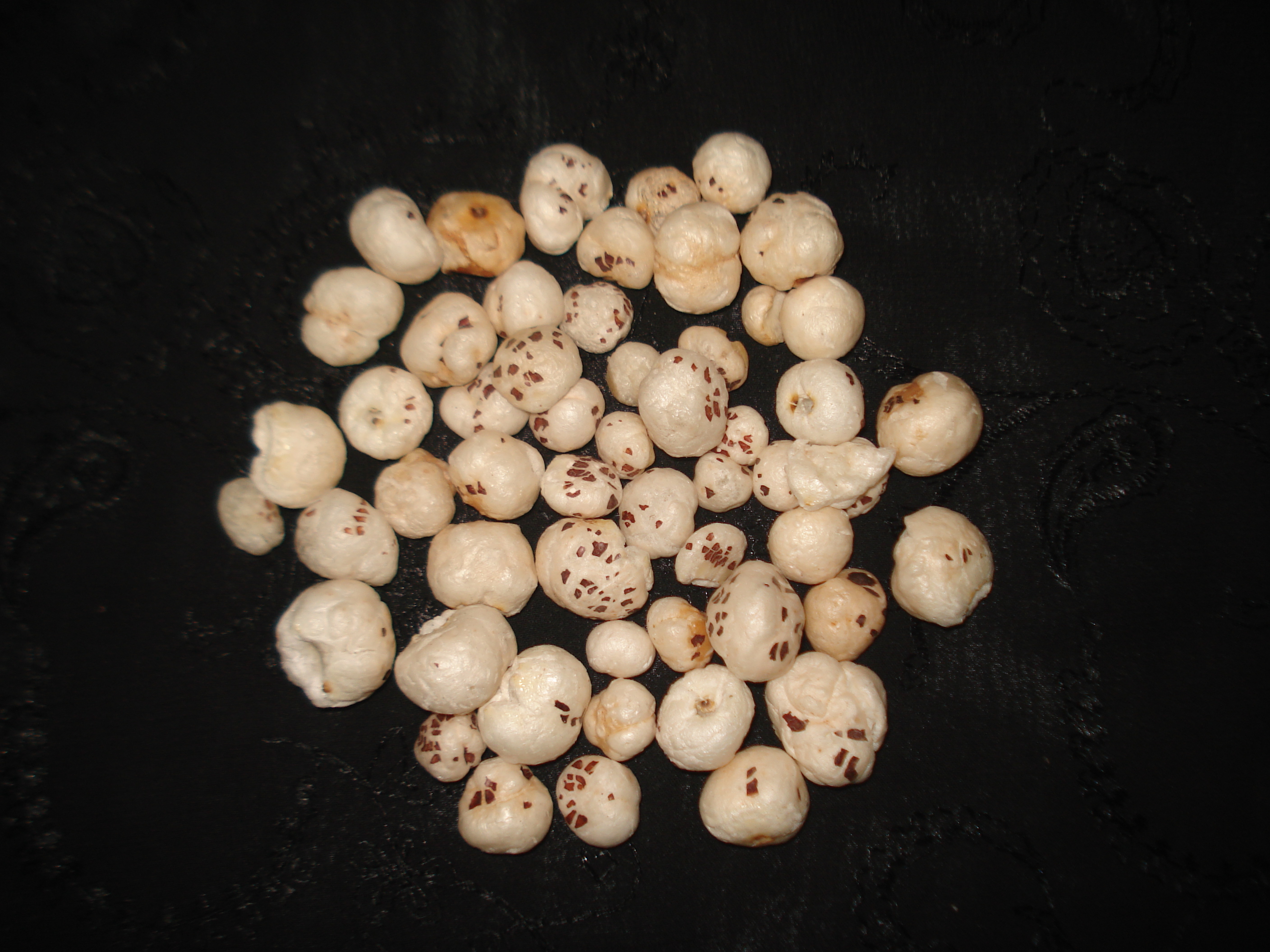
Euryale ferox (gepoppte Samen)
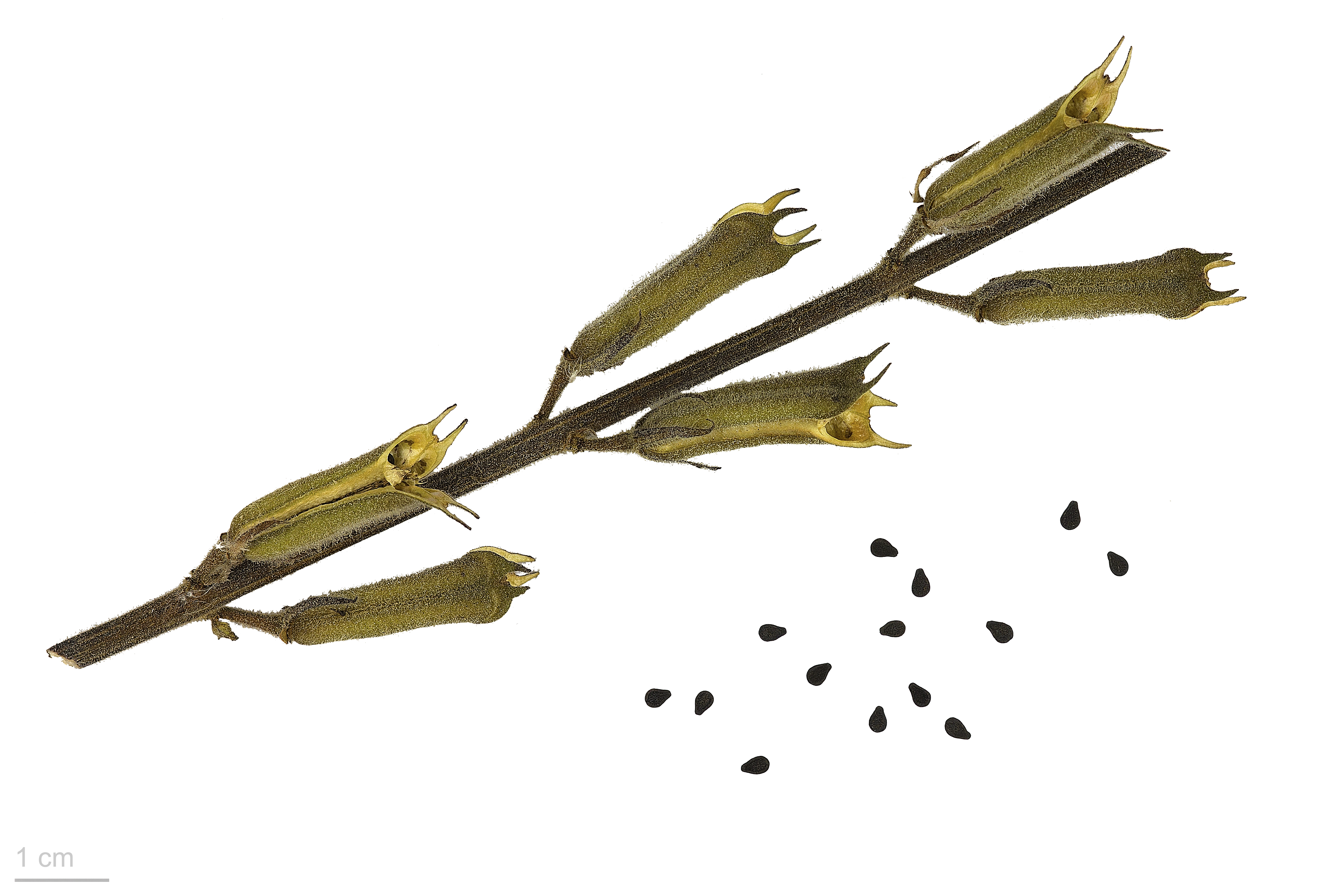
Falscher Sesam (Ceratotheca triloba, Ceratotheca sesamoides)
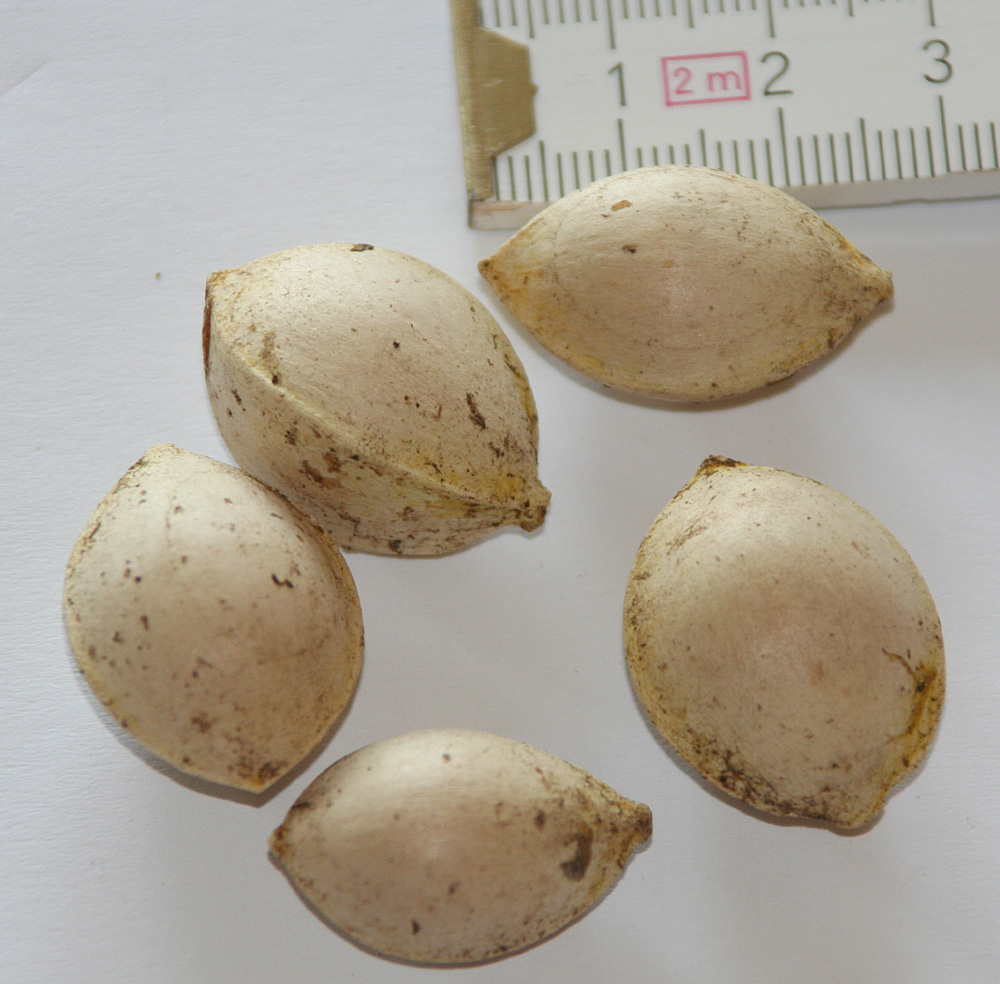
Ginkgo
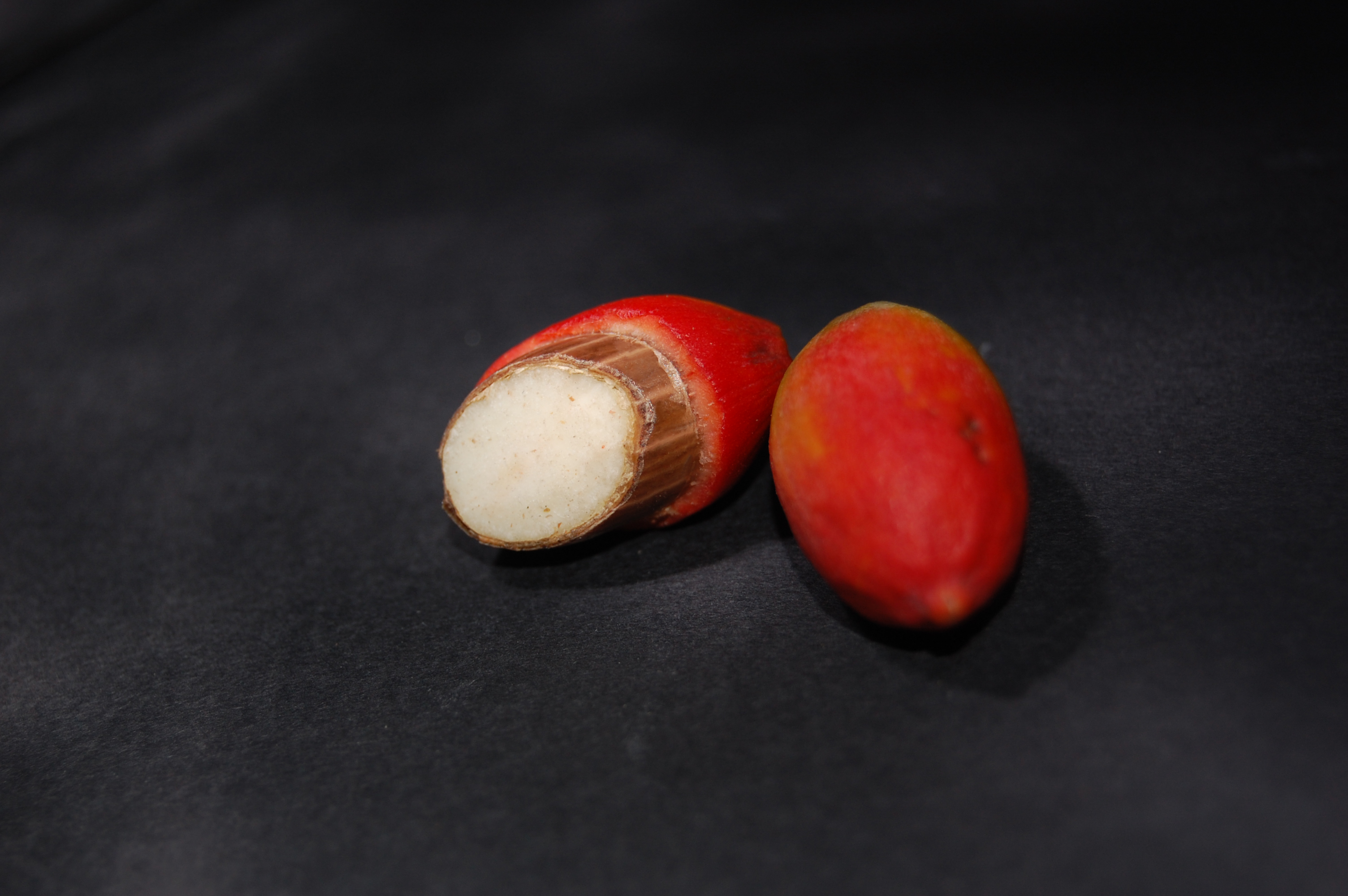
Samen von versch. Gnetum-Arten (Melinjo, Belinjo) (siehe auch Emping)
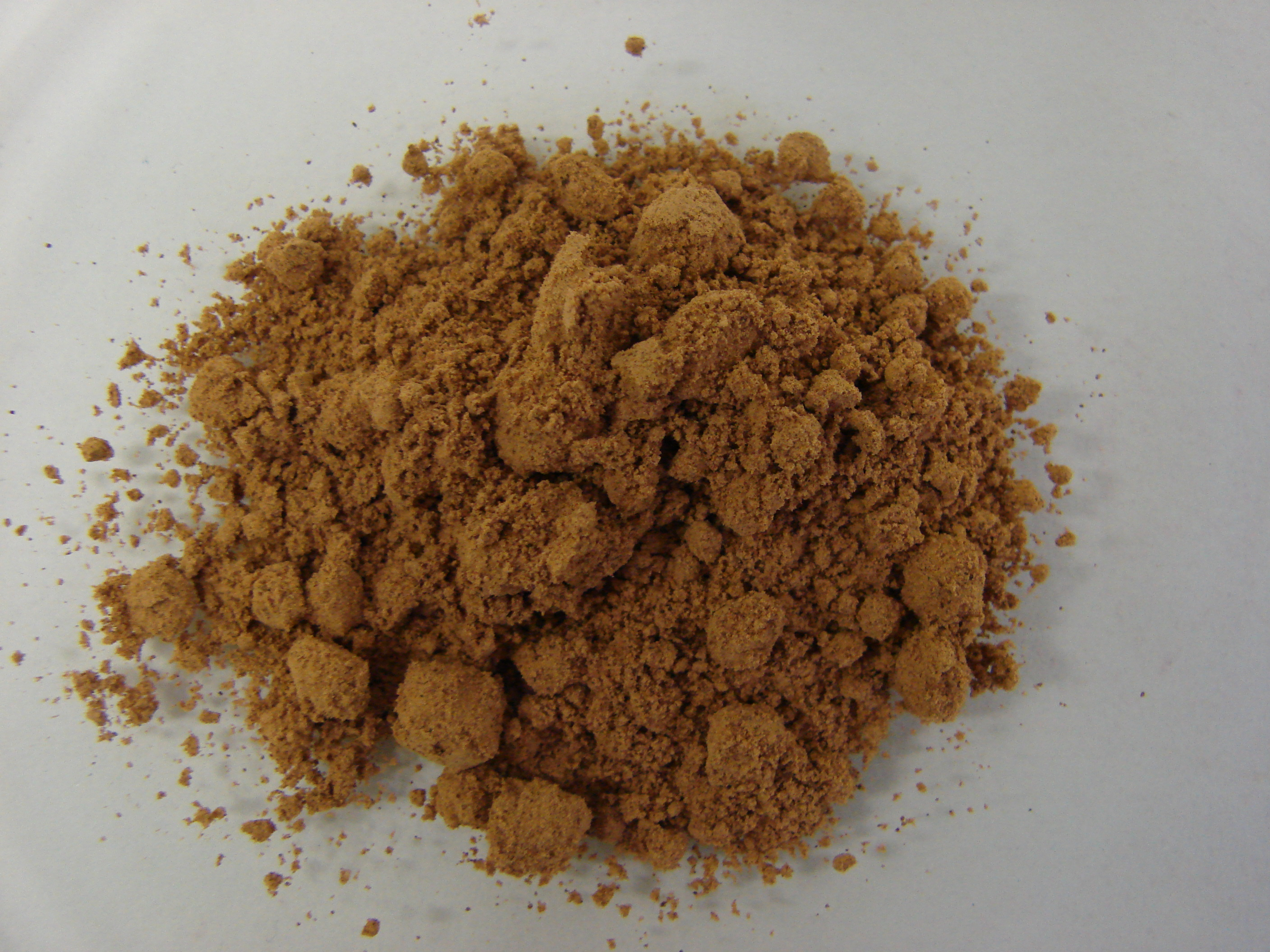
Guaraná (Samenpulver)
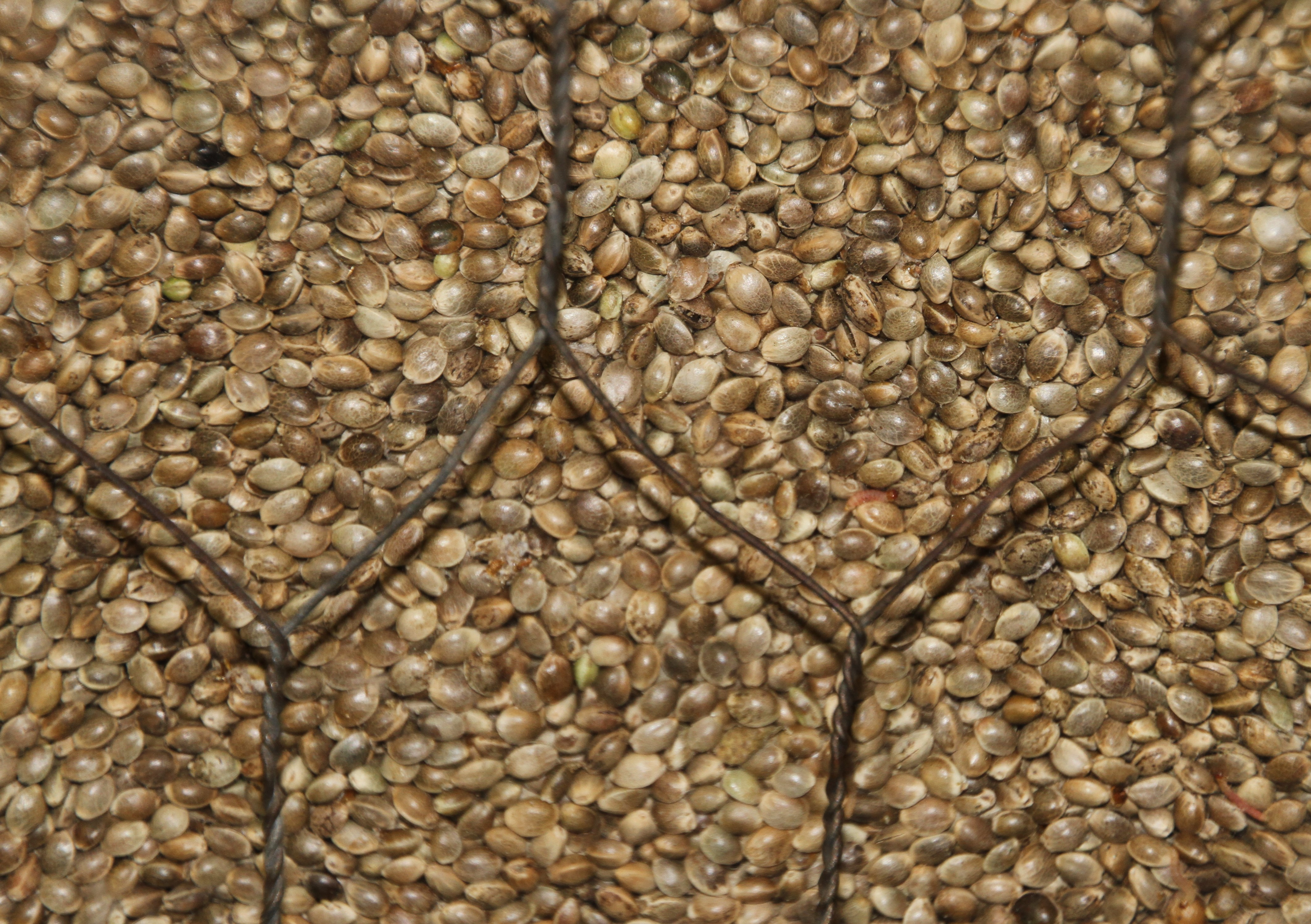
Hanfnuss
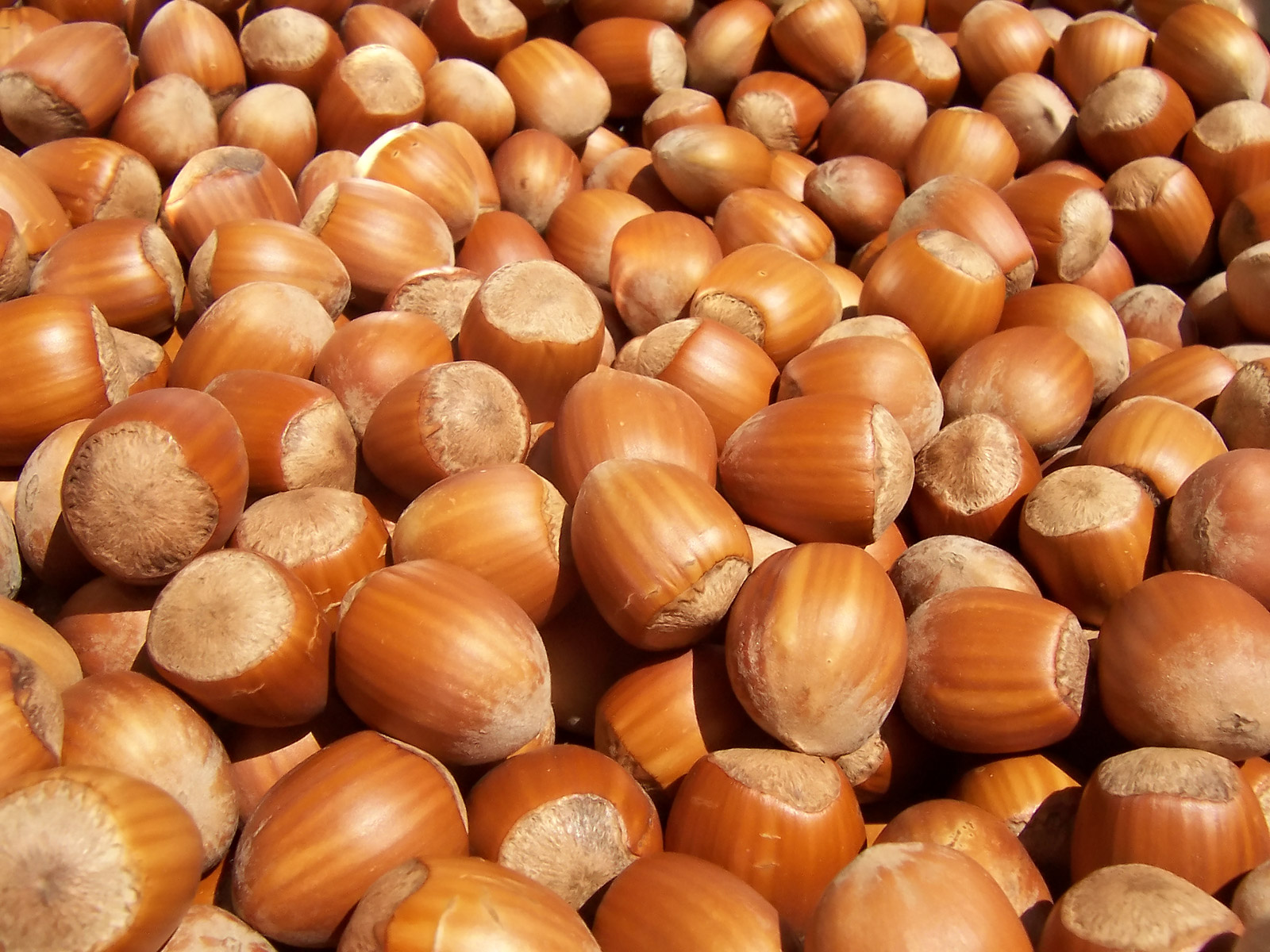
Haselnuss verwendet werden auch Baum-Hasel, Amerikanische Hasel, Lambertshasel, Mongolische Hasel, Japanische Hasel
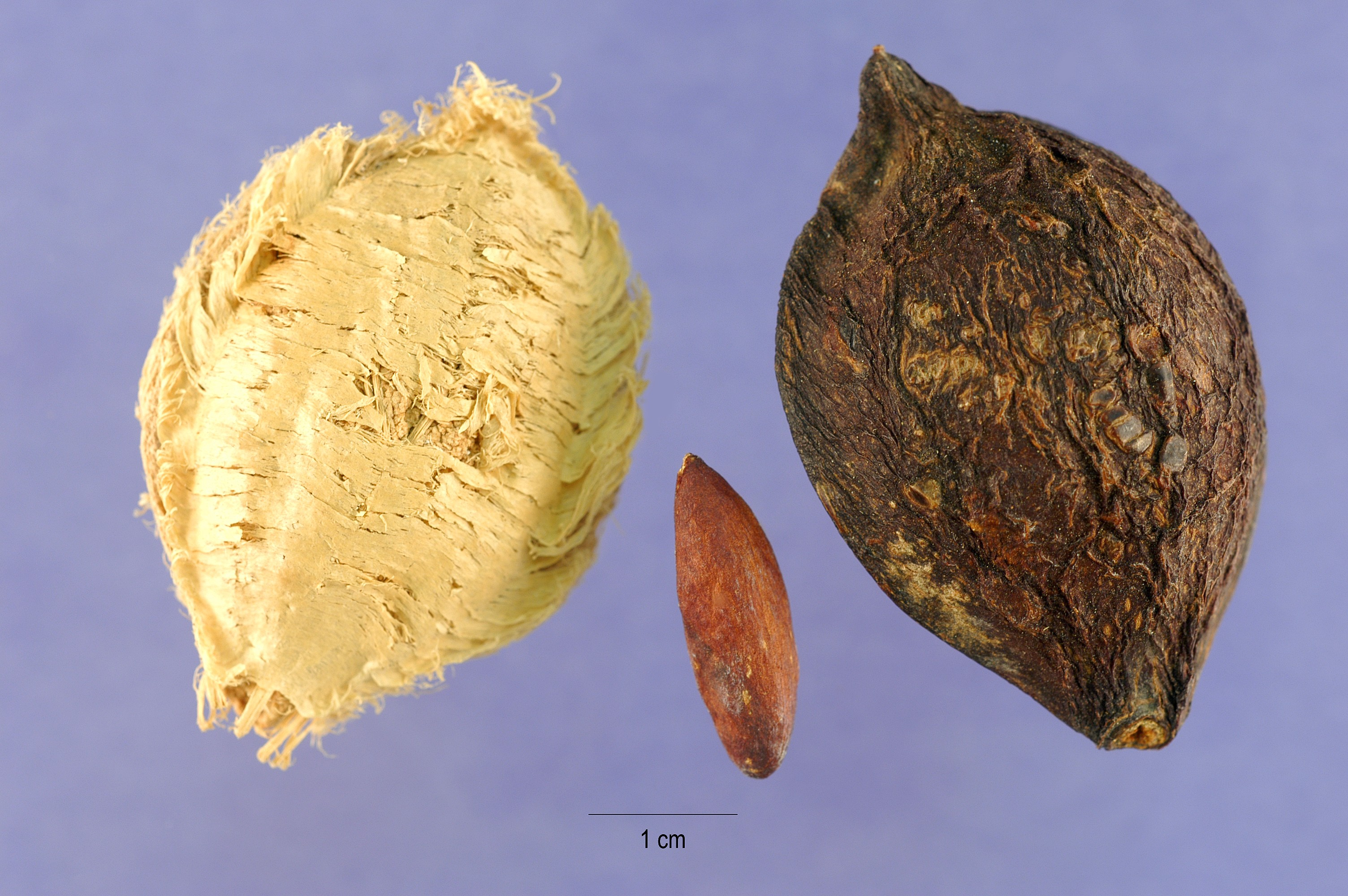
Indische Mandel
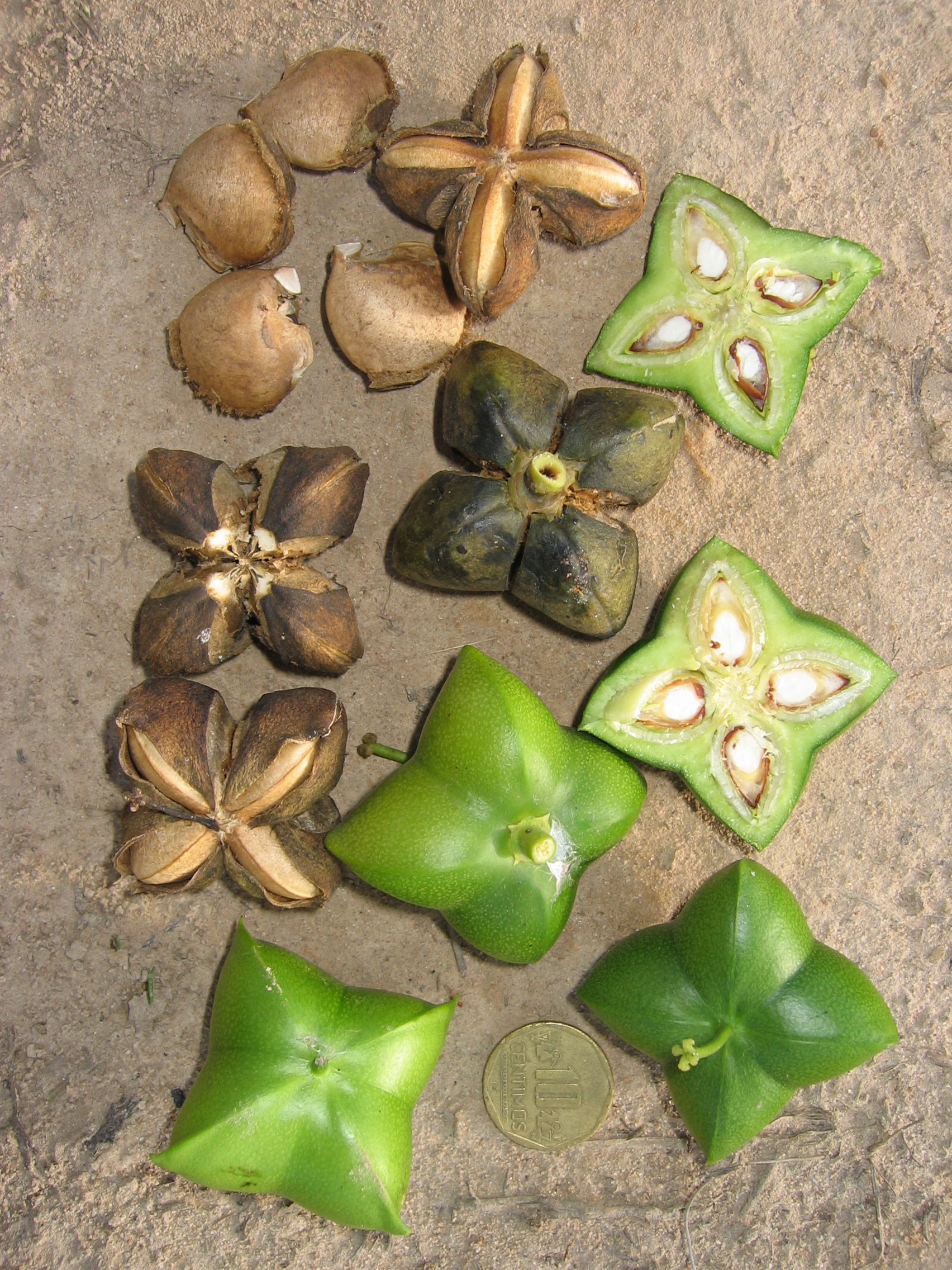
Inka-Nuss (Sacha Inchi)
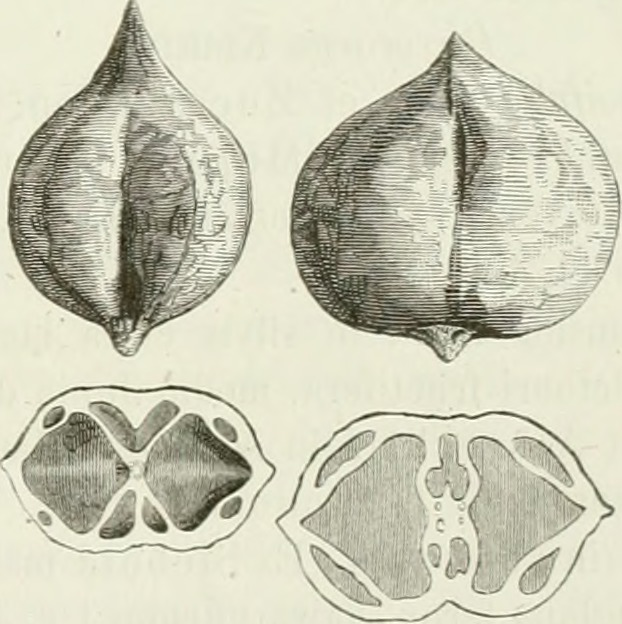
Japanische Walnuss (Herznuss)
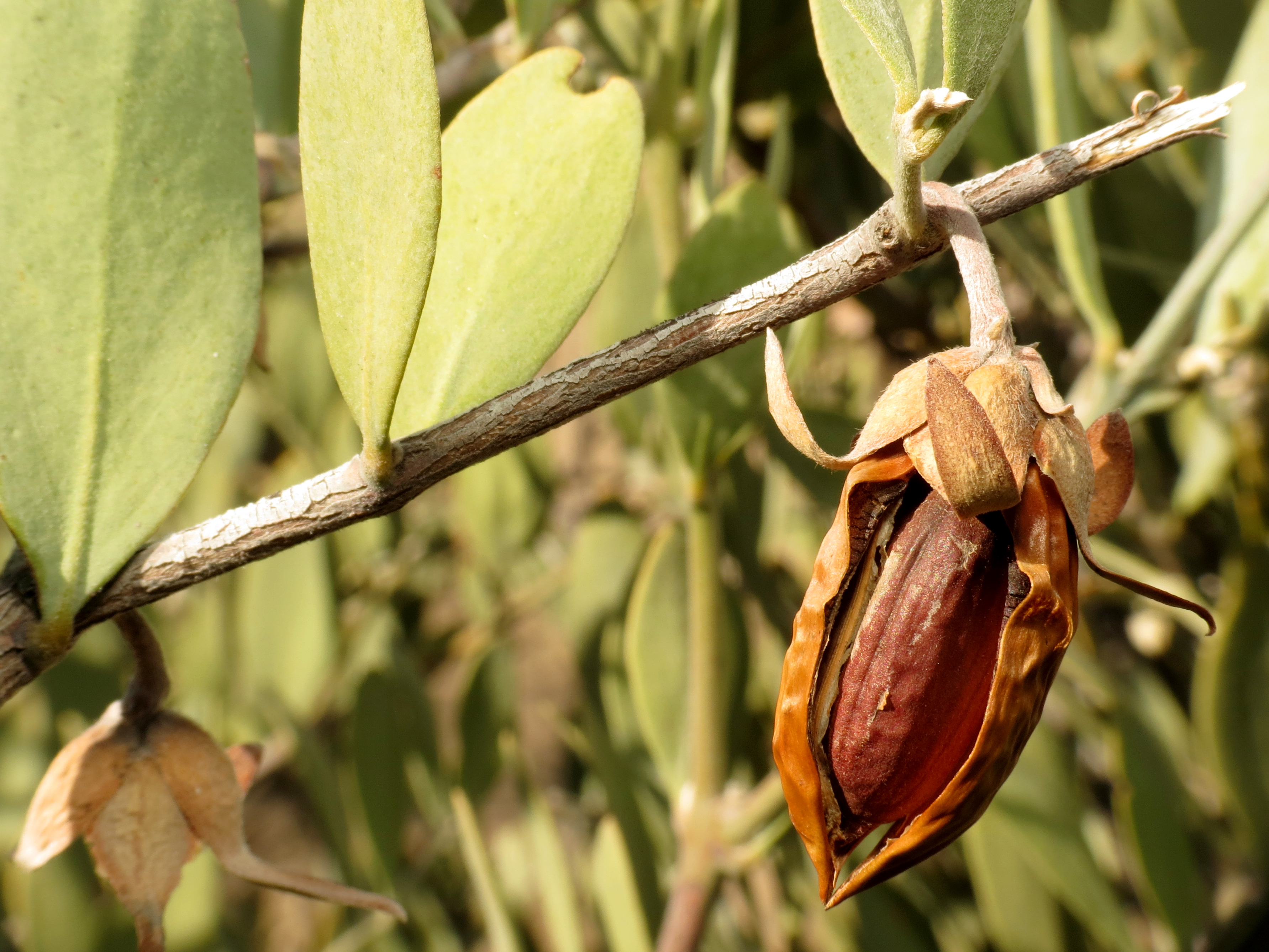
Jojoba
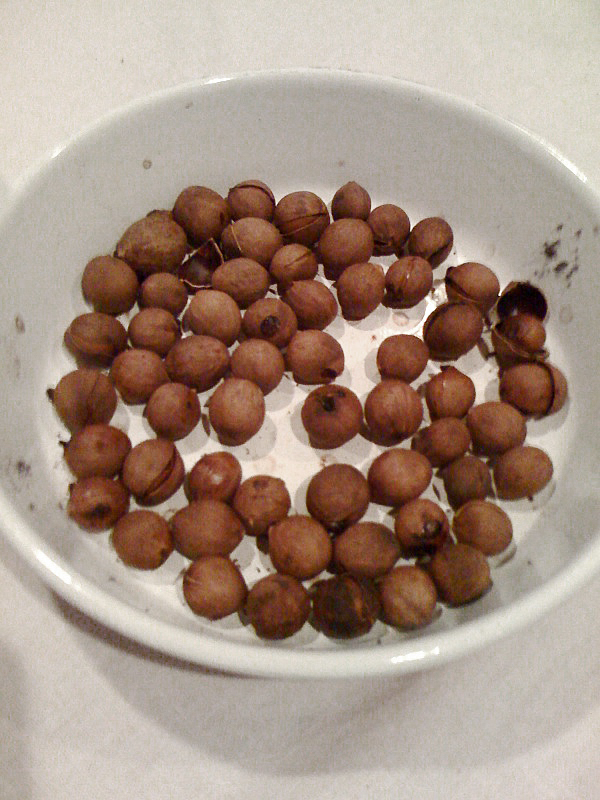
Kalifornischer Lorbeer (Baynuts)
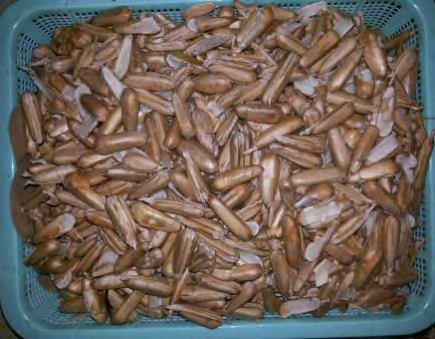
Karuka (Pandanus brosimos, Pandanus julianettii)
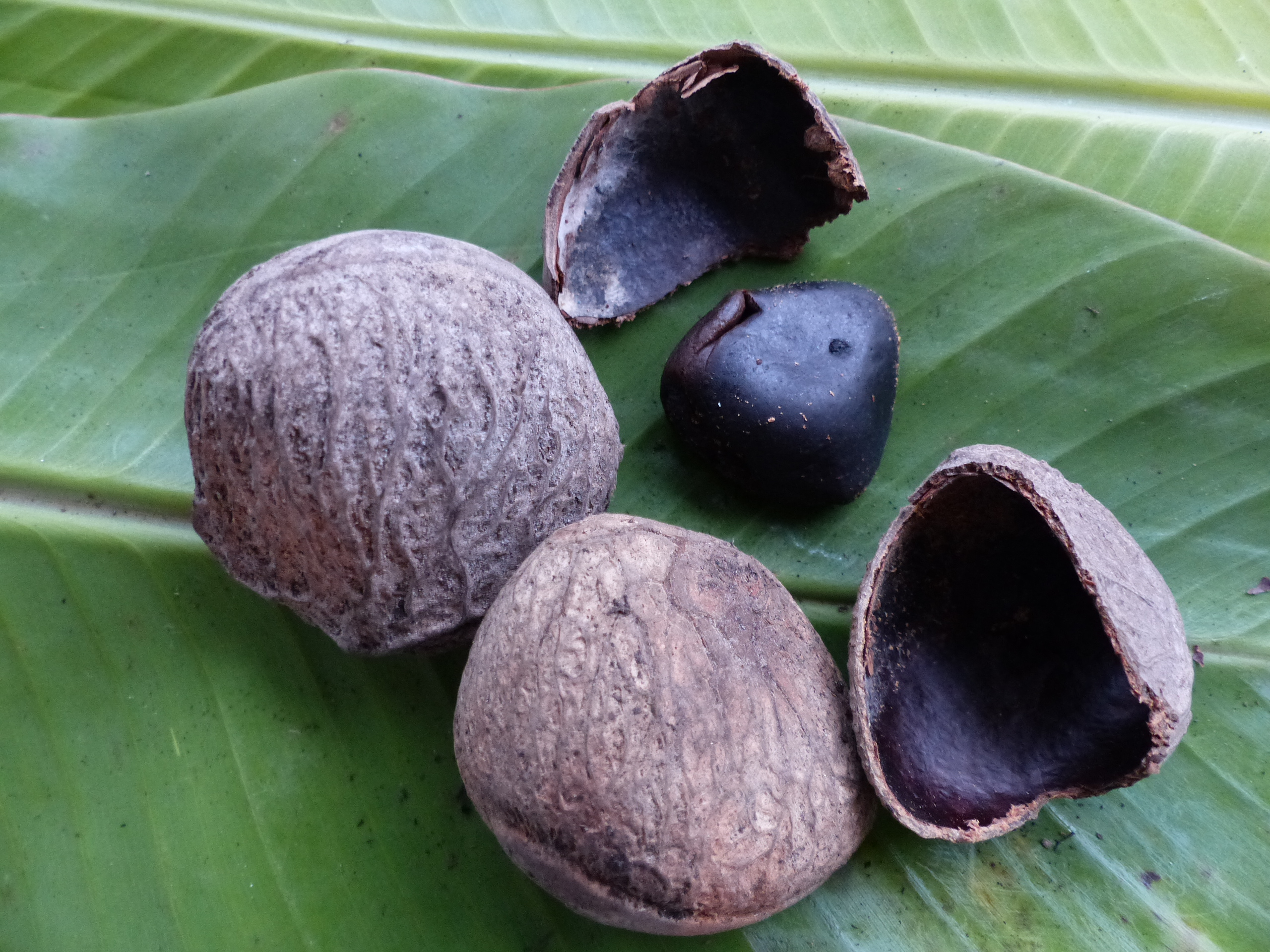
Keluak
Kemirinuss (Lichtnuss) (Kerne)
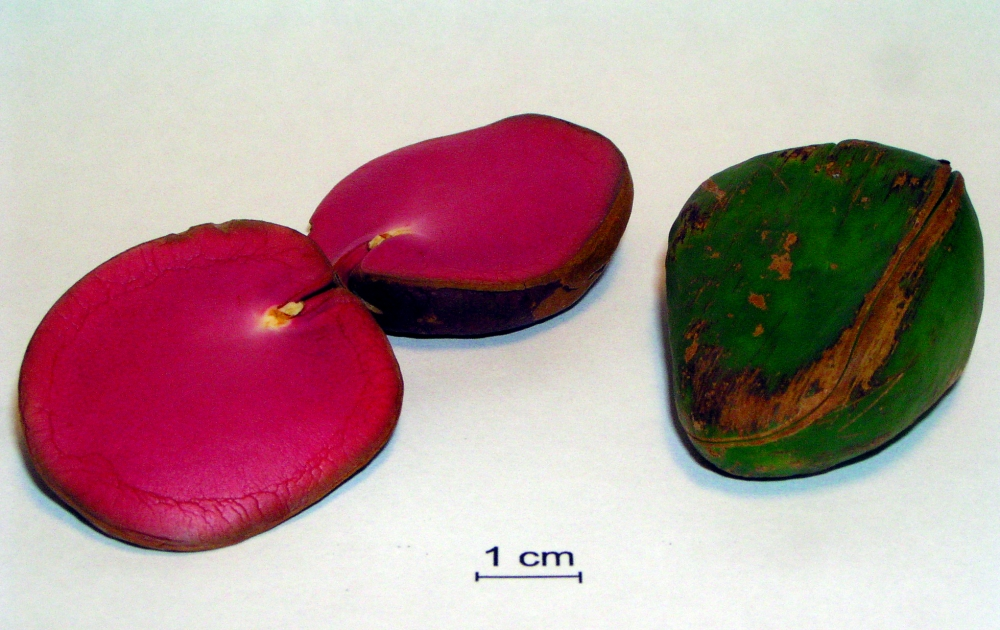
Kolanuss
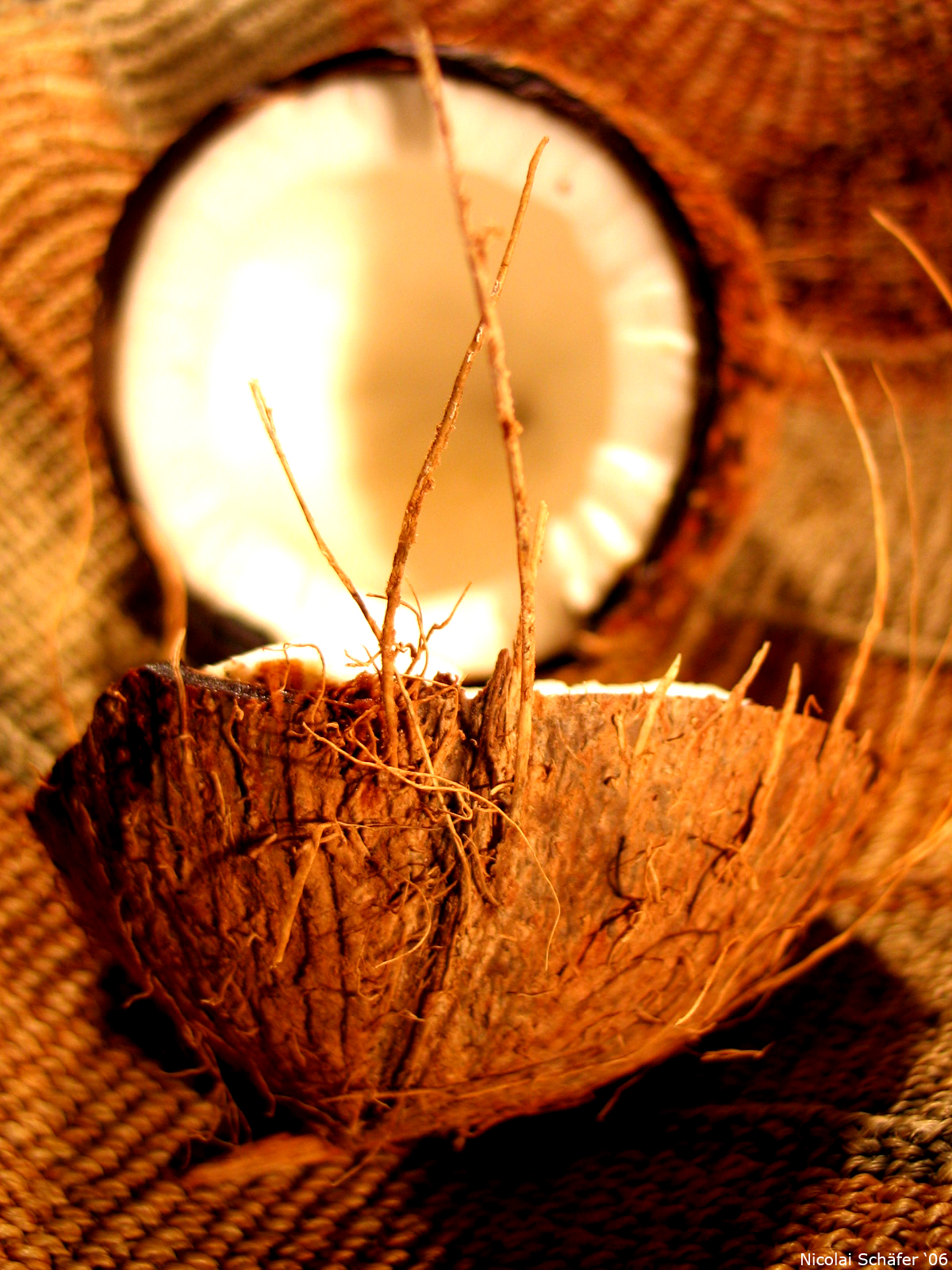
Kokosnuss
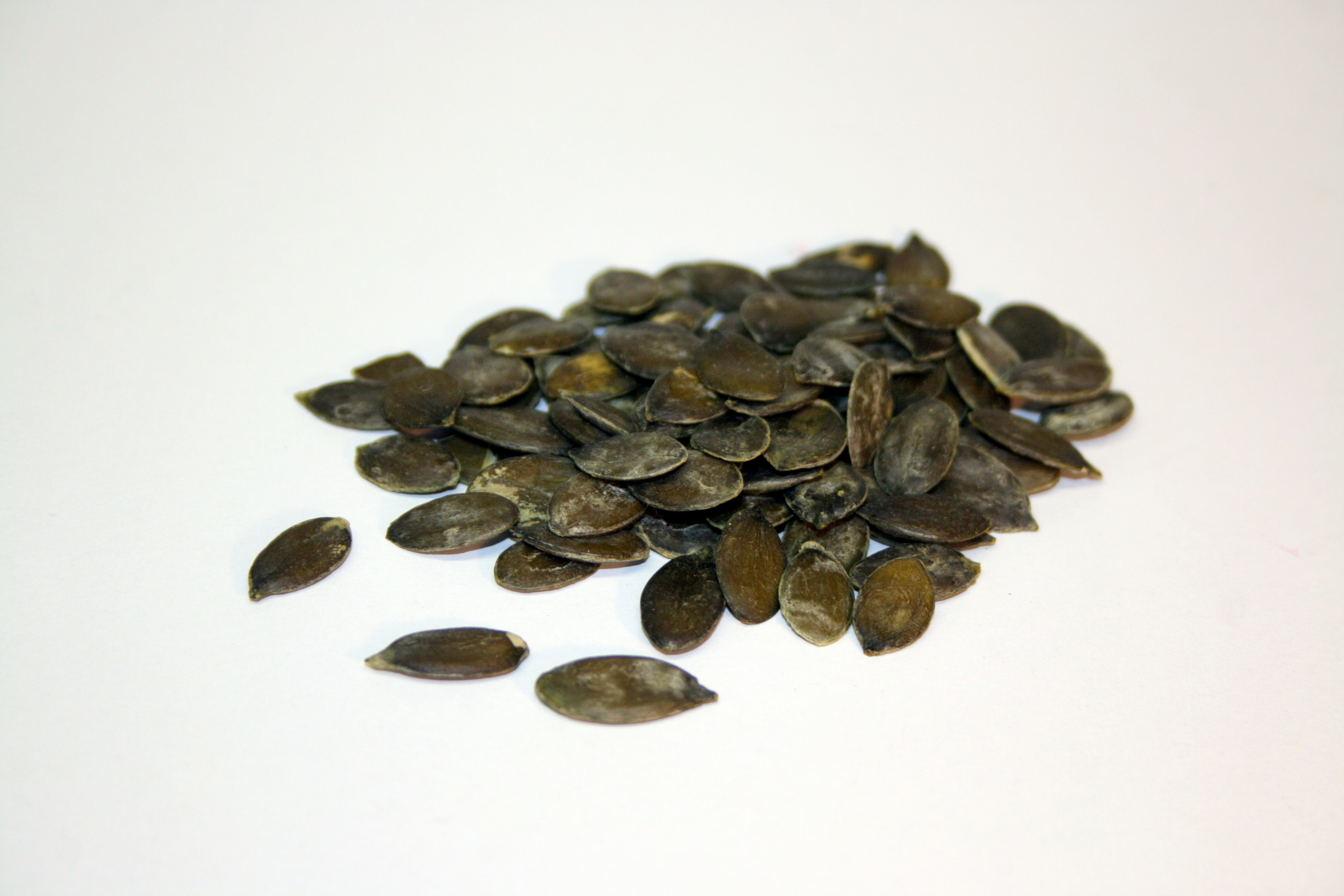
Kürbiskerne
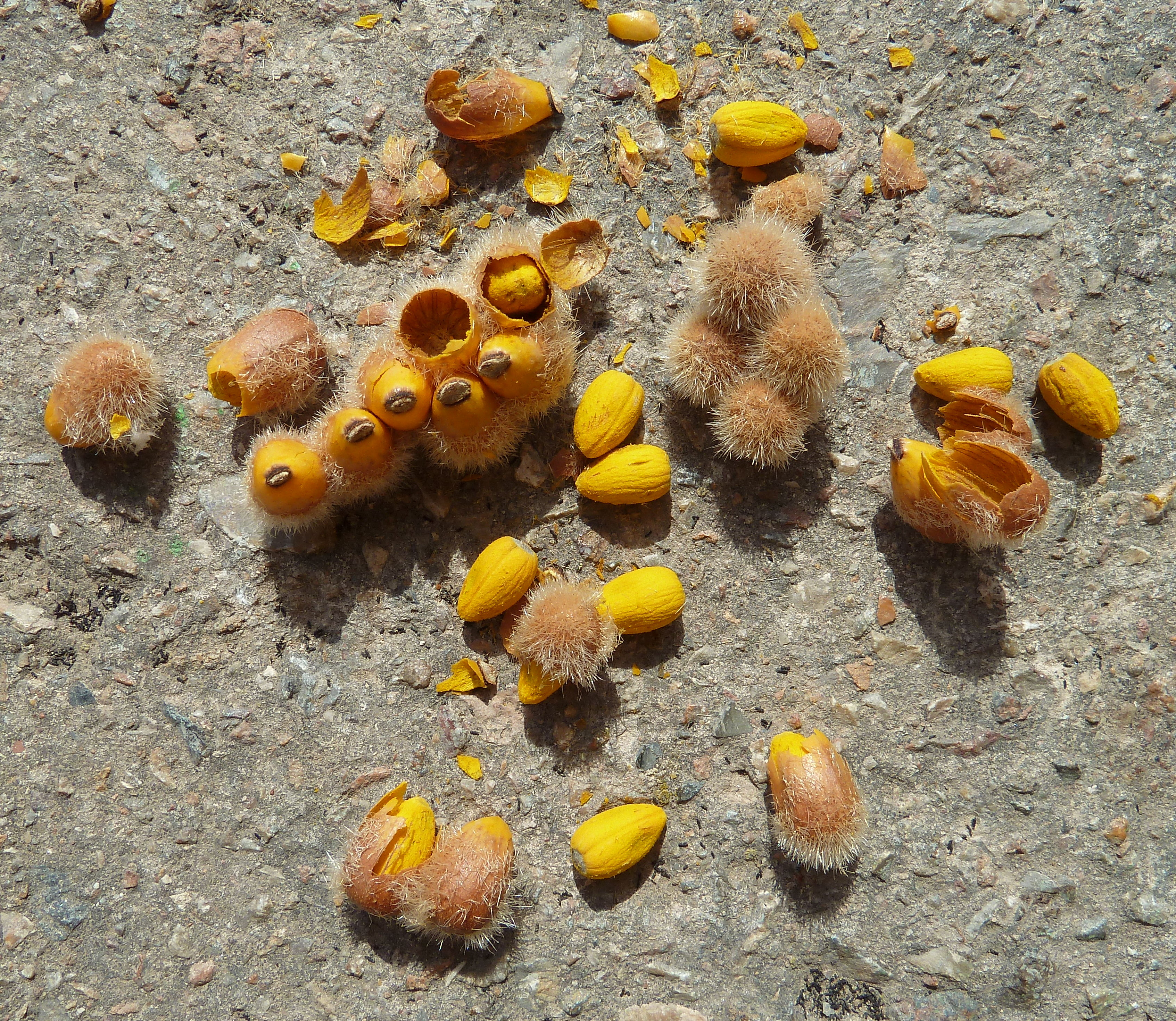
Kurrajong (versch. Flaschenbaumsamen) (Brachychiton populneus, Brachychiton diversifolius, Brachychiton gregorii, Brachychiton discolor u. a.)
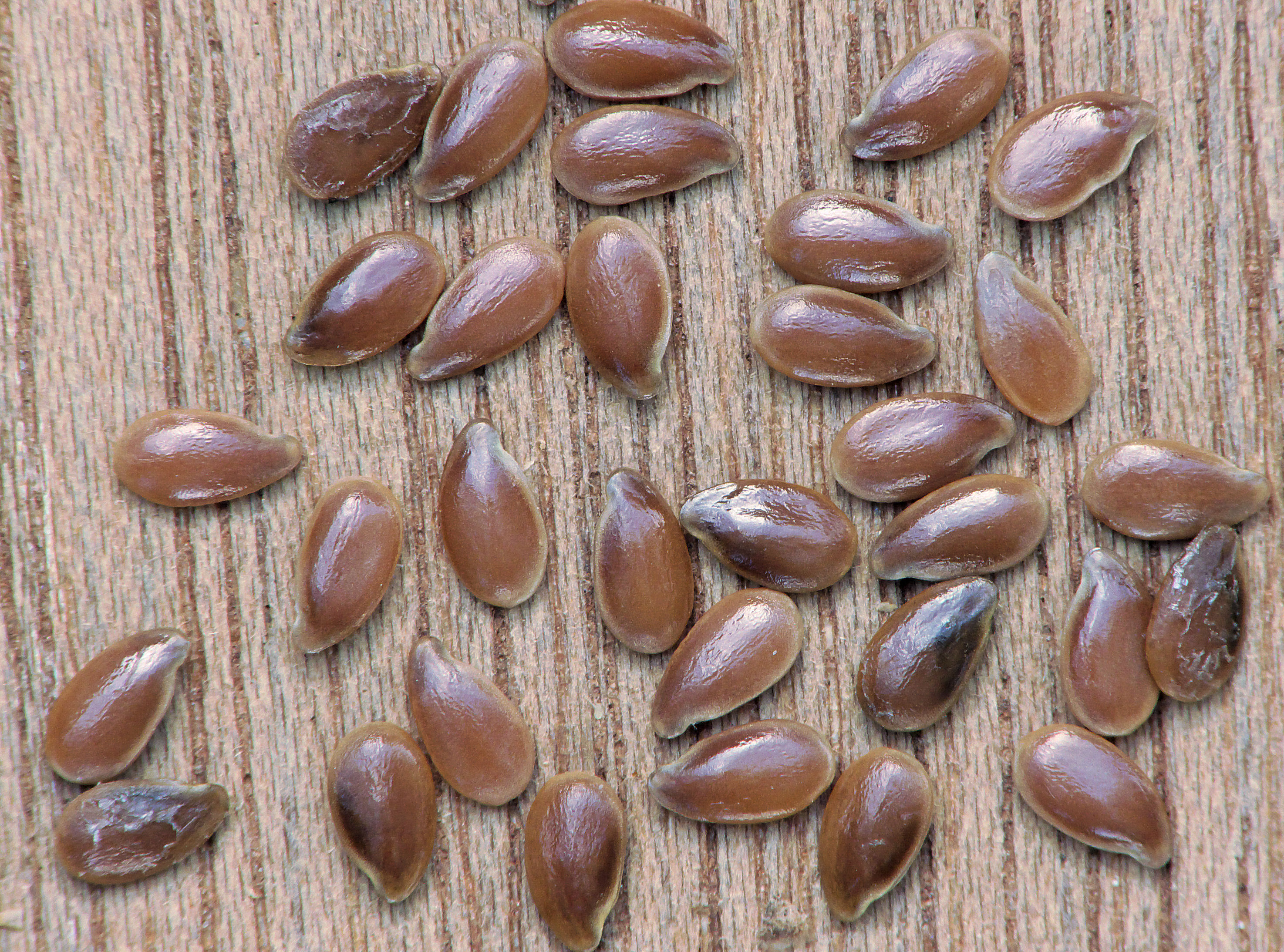
Leinsamen
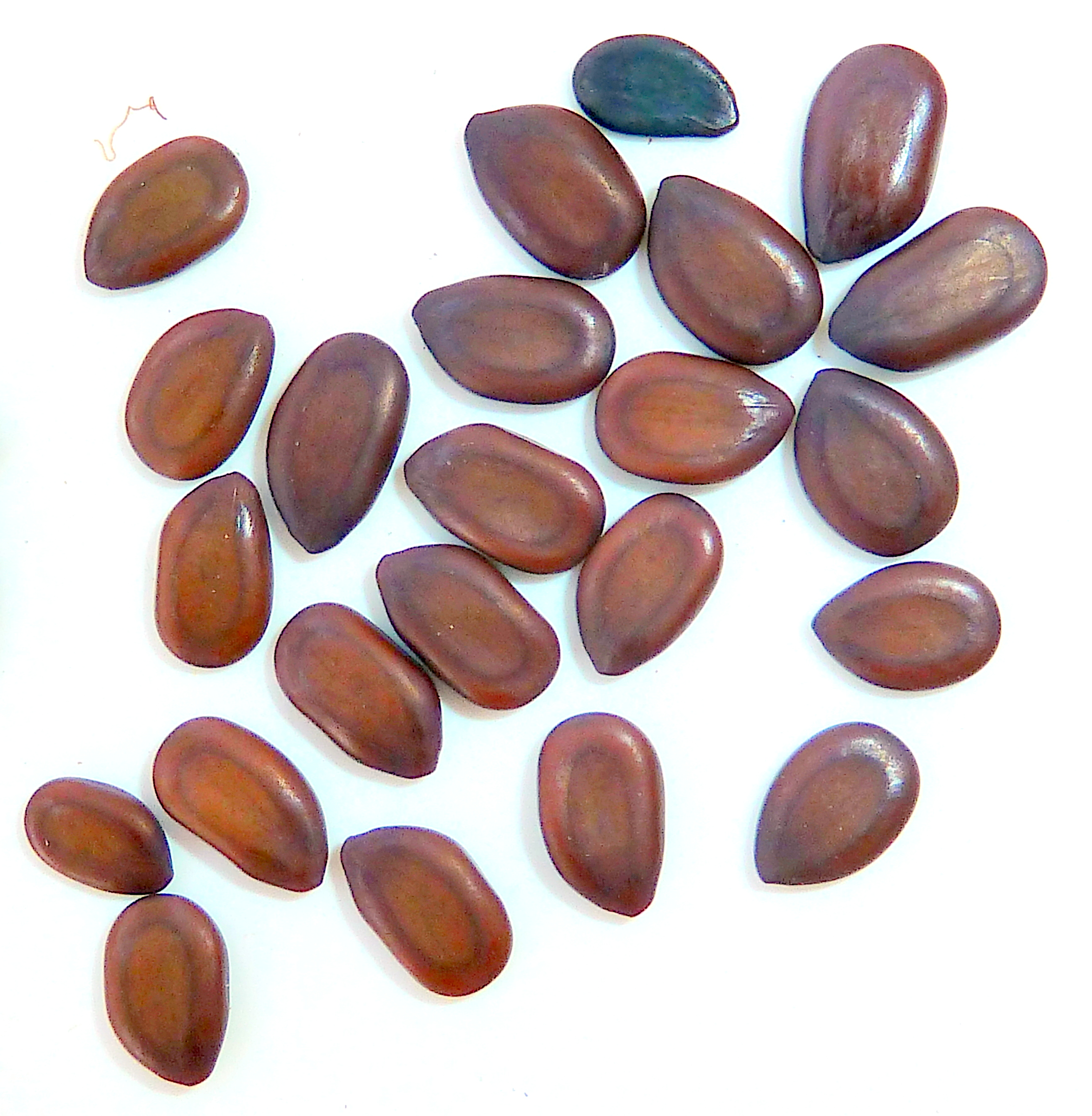
versch. Leucaena-Samen
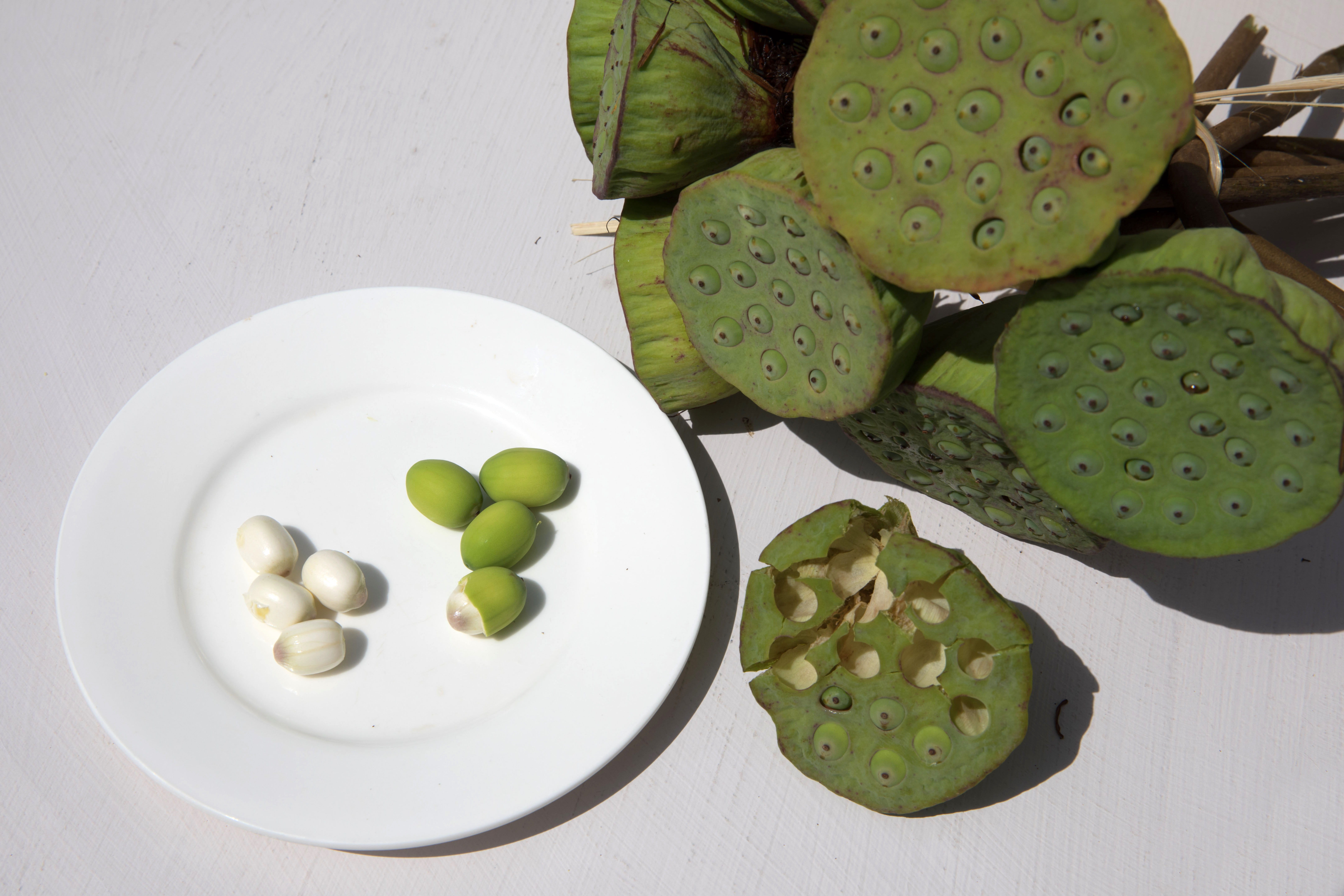
Lotossamen
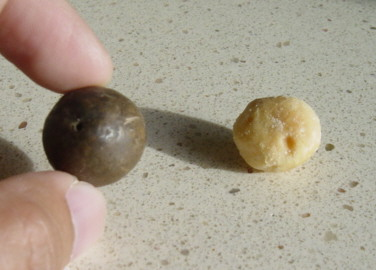
Macadamia
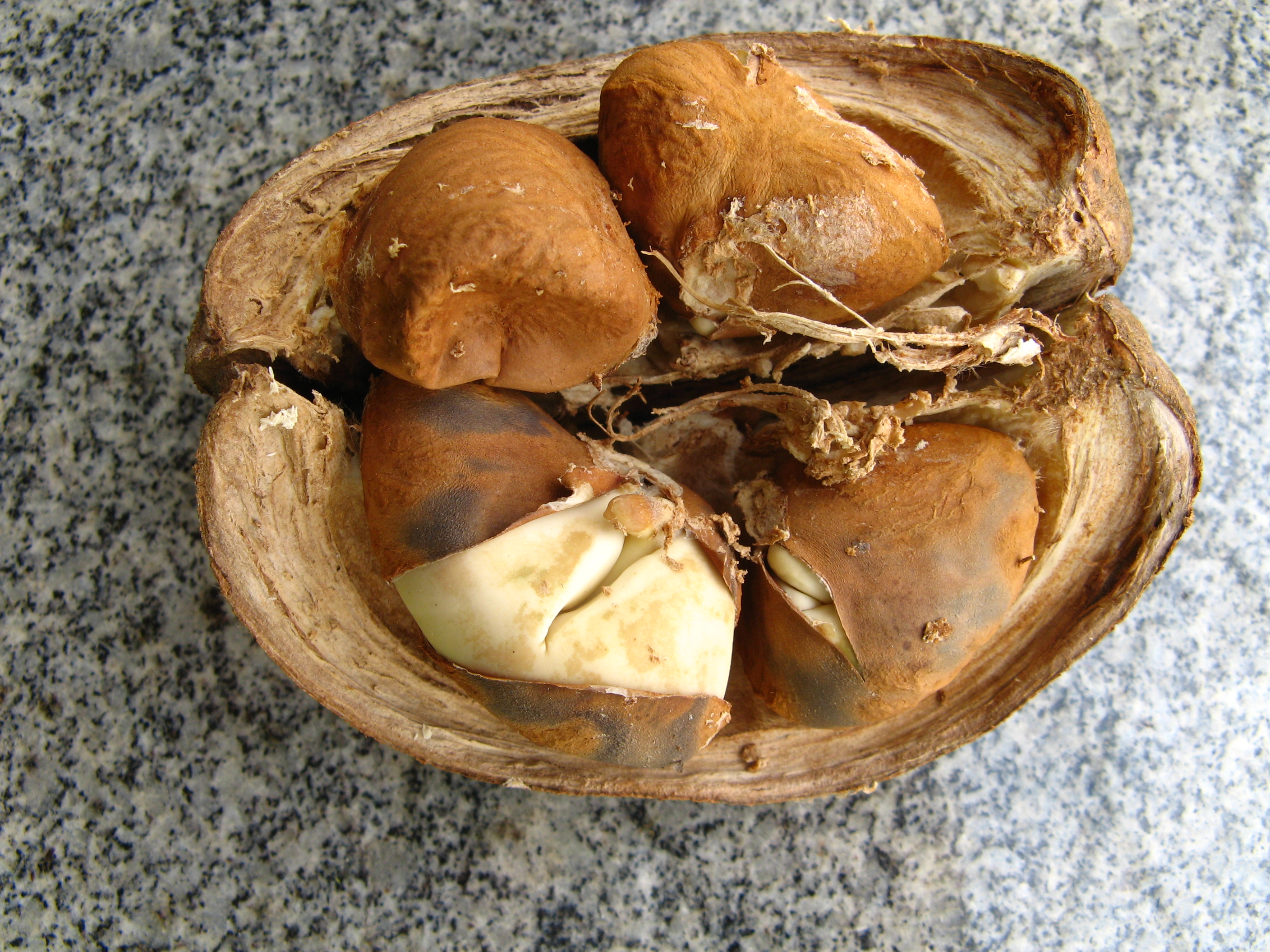
Malabar Kastanie (Glückskastanie)
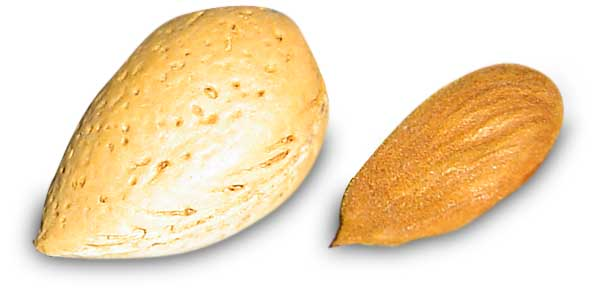
Mandel
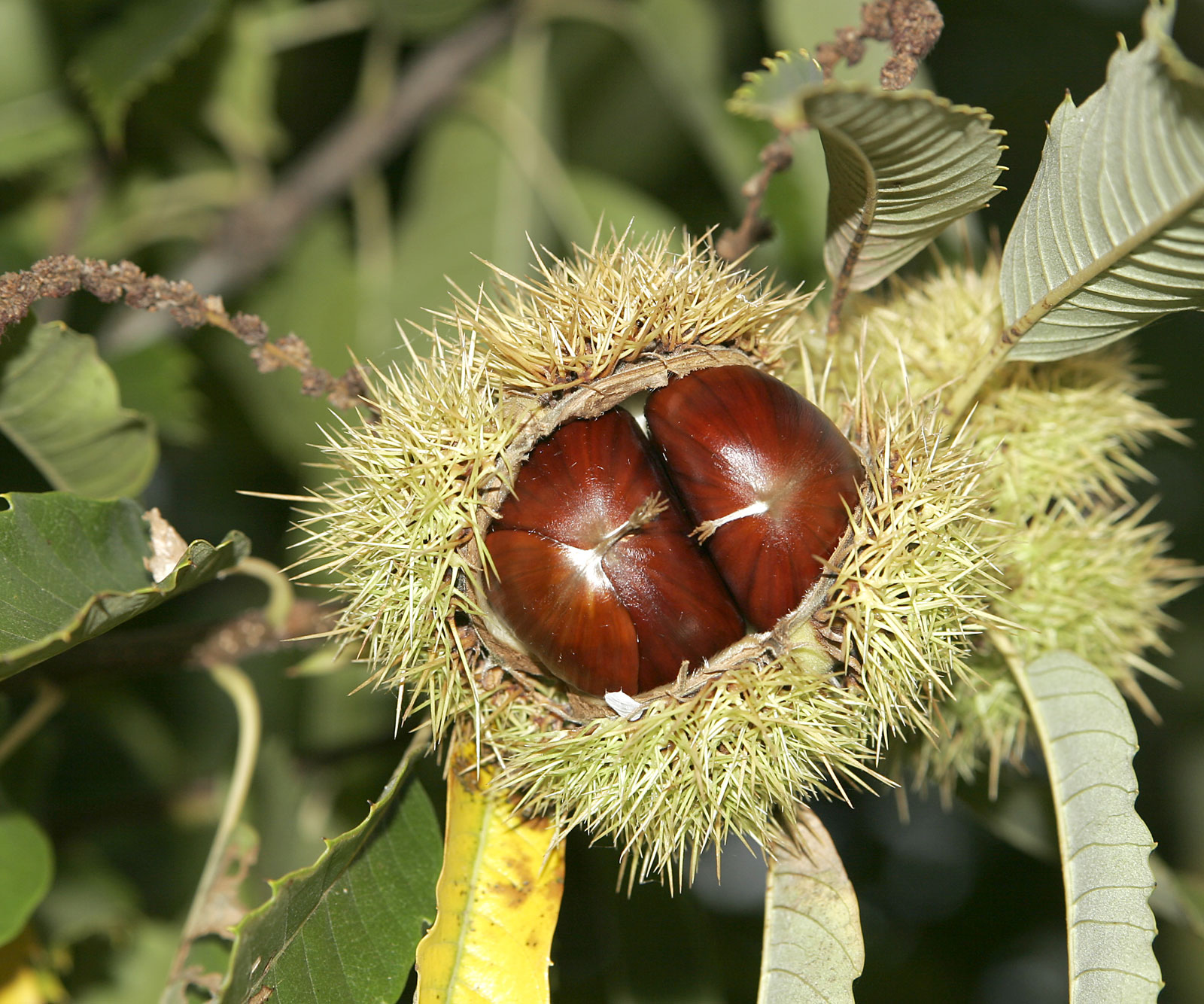
Marone (Edelkastanie, Marroni)
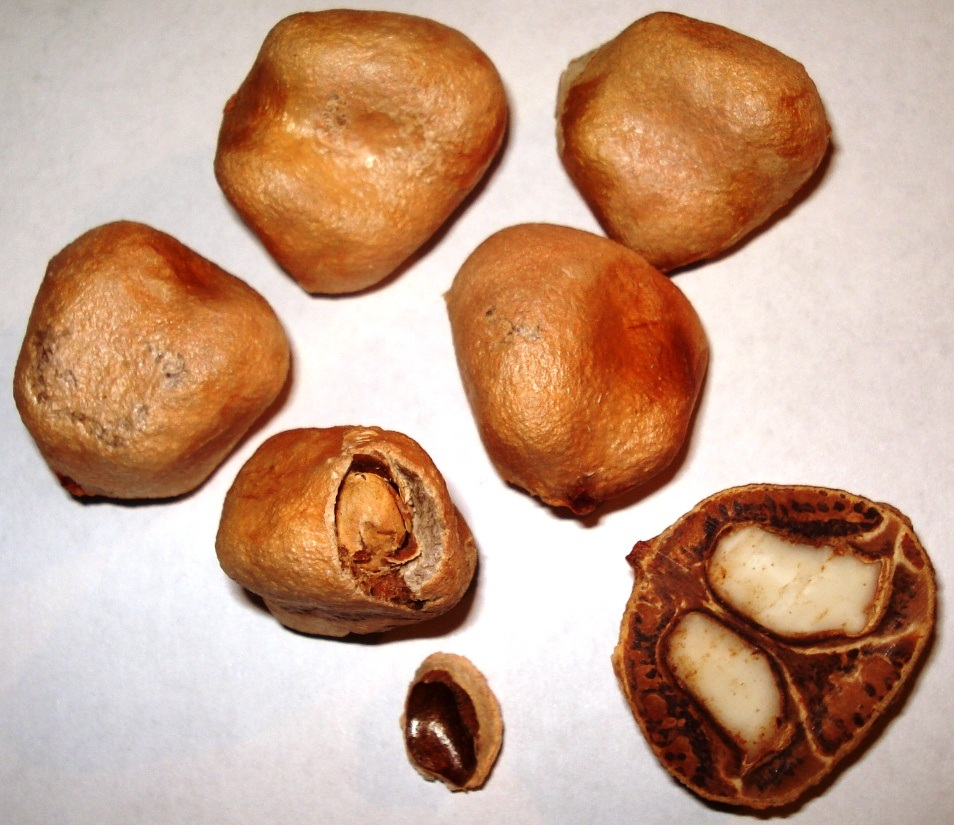
Marulasamen („Nuss“)
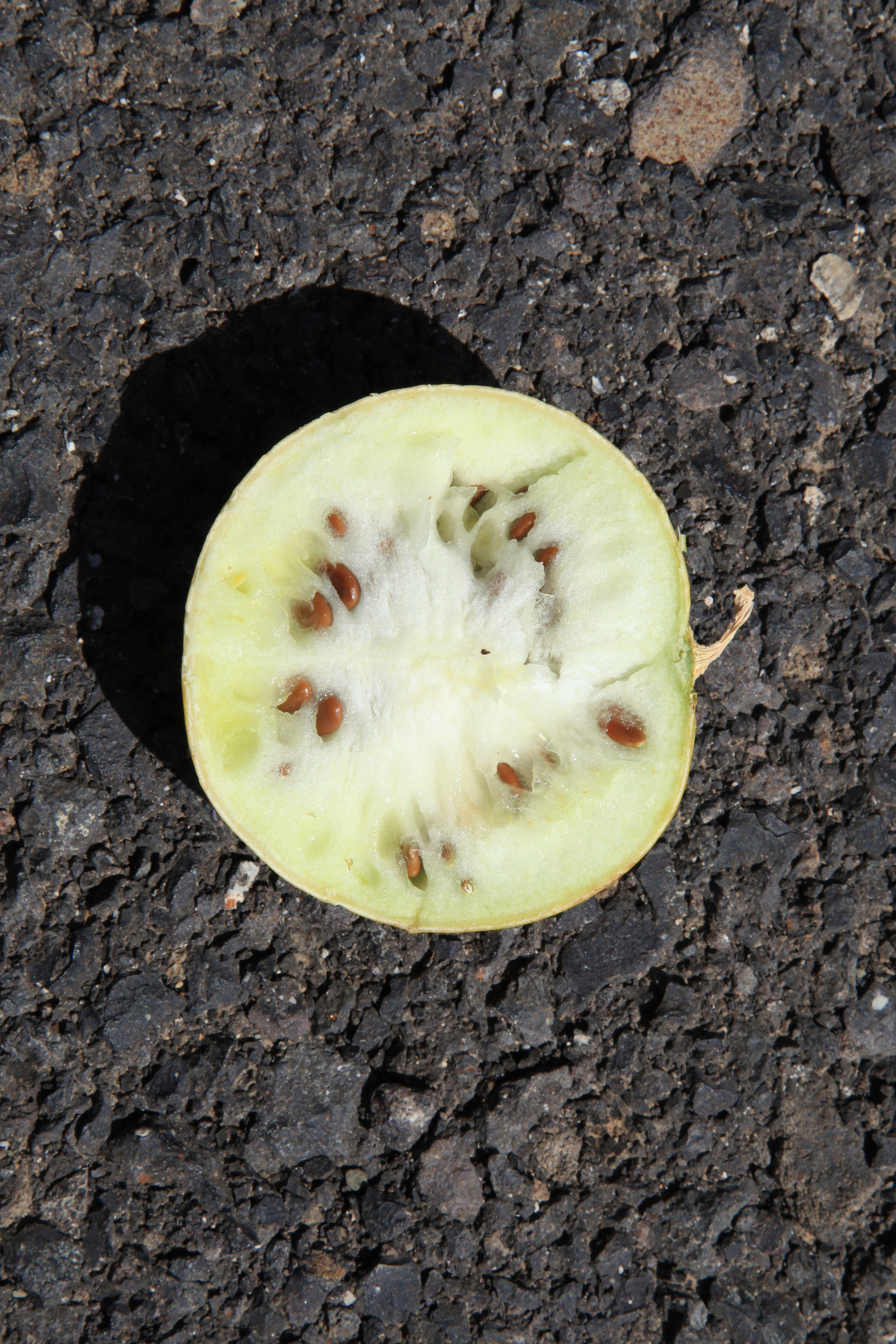
Melonen-, Kürbiskerne (Koloquinte, Telfairia occidentalis, Feigenblatt-Kürbis u. a.)
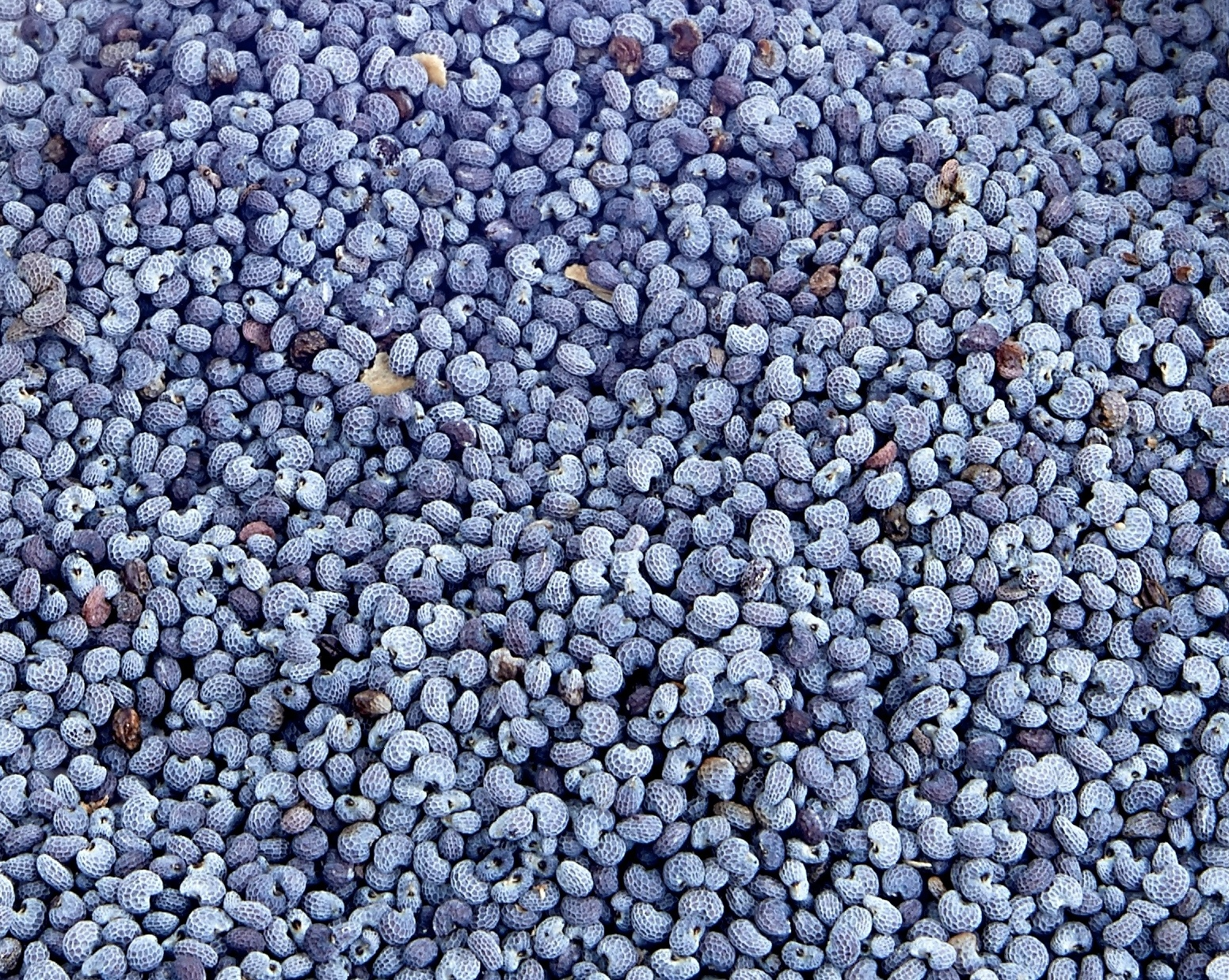
Mohnsamen
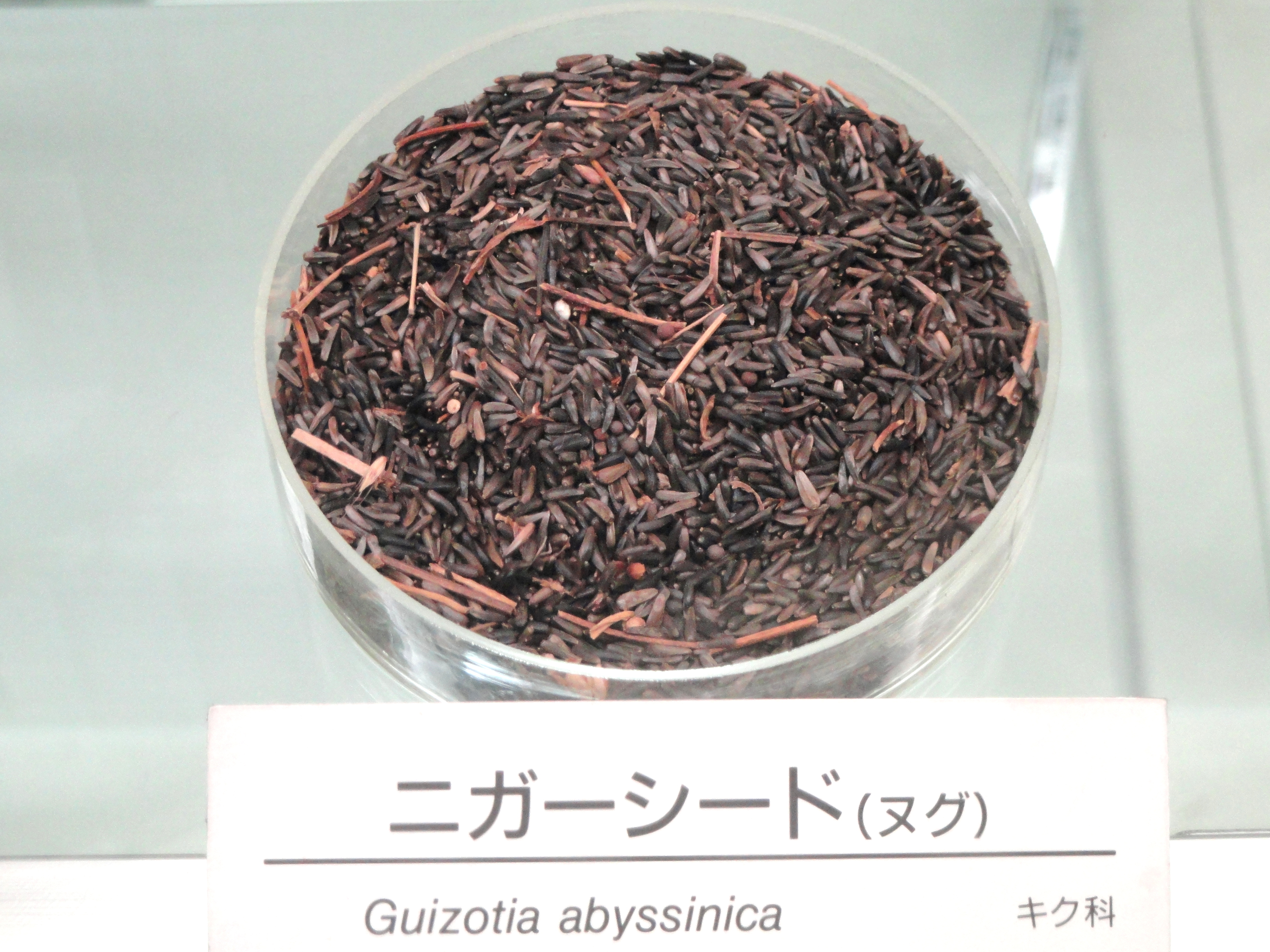
Nigersamen
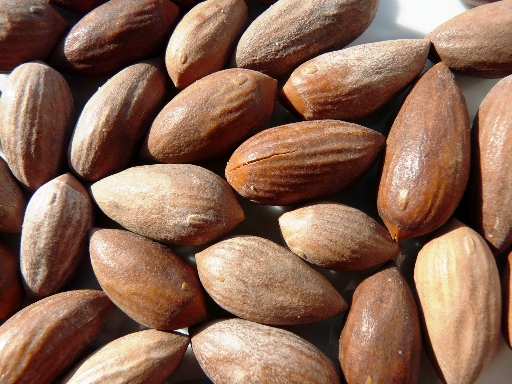
Samen von versch. Nusseiben
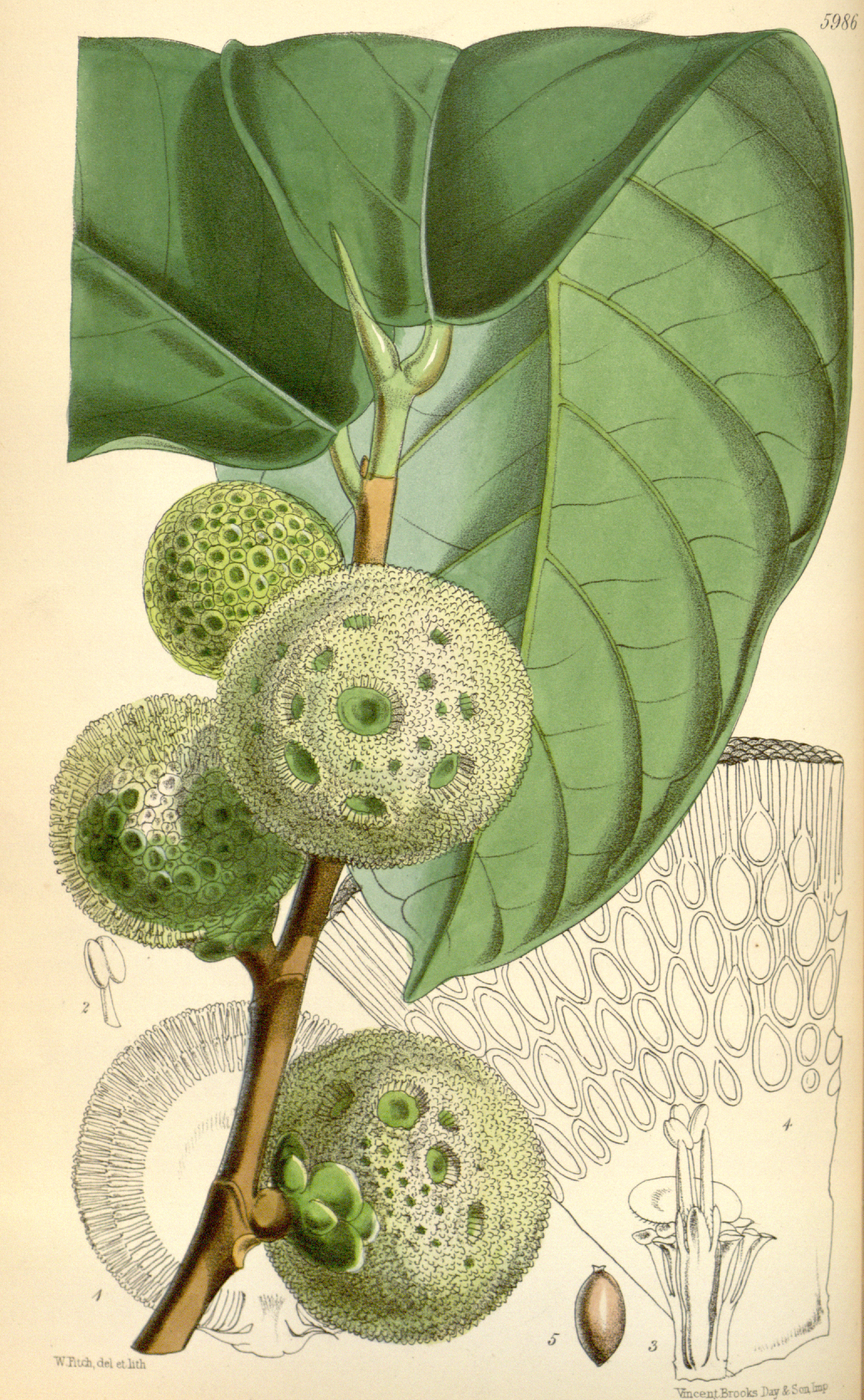
Okwa
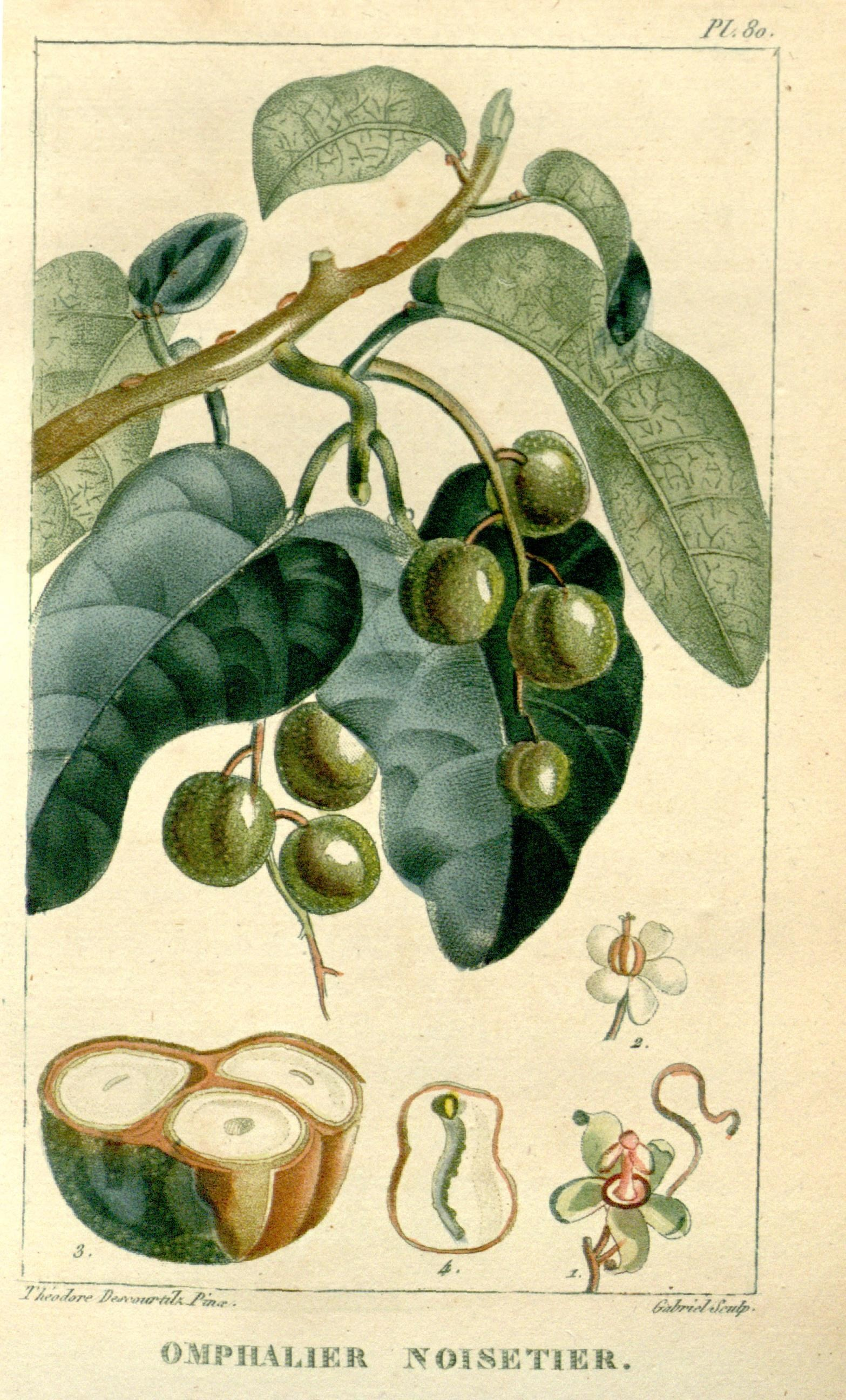
Omphalea triandra (Jamaikanische Haselnuss, Baynuss) (ähnlich ist Omphalea diandra)
versch. Palmensamen (Attalea cohune, Attalea speciosa Astrocaryum aculeatum, Bactris gasipaes, Aiphanes horrida, Jubaea chilensis, Babassupalme, Nypa fruticans u. a.)
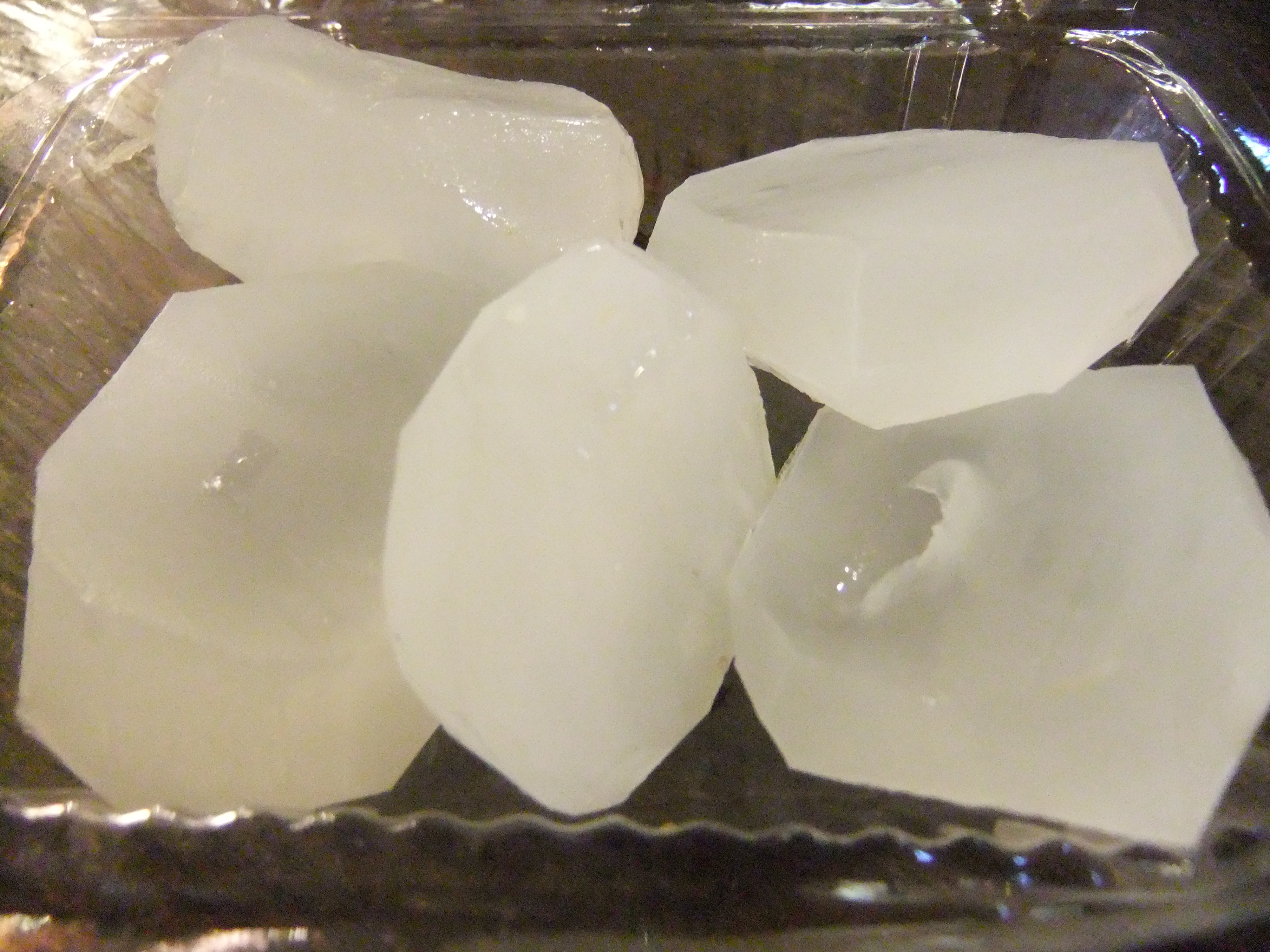
versch. Palmensamen (junges, gelatinöses Endosperm) (roh; Borassus flabellifer, Nypa fruticans) Phytelephas aequatorialis (gekocht; Arenga pinnata)
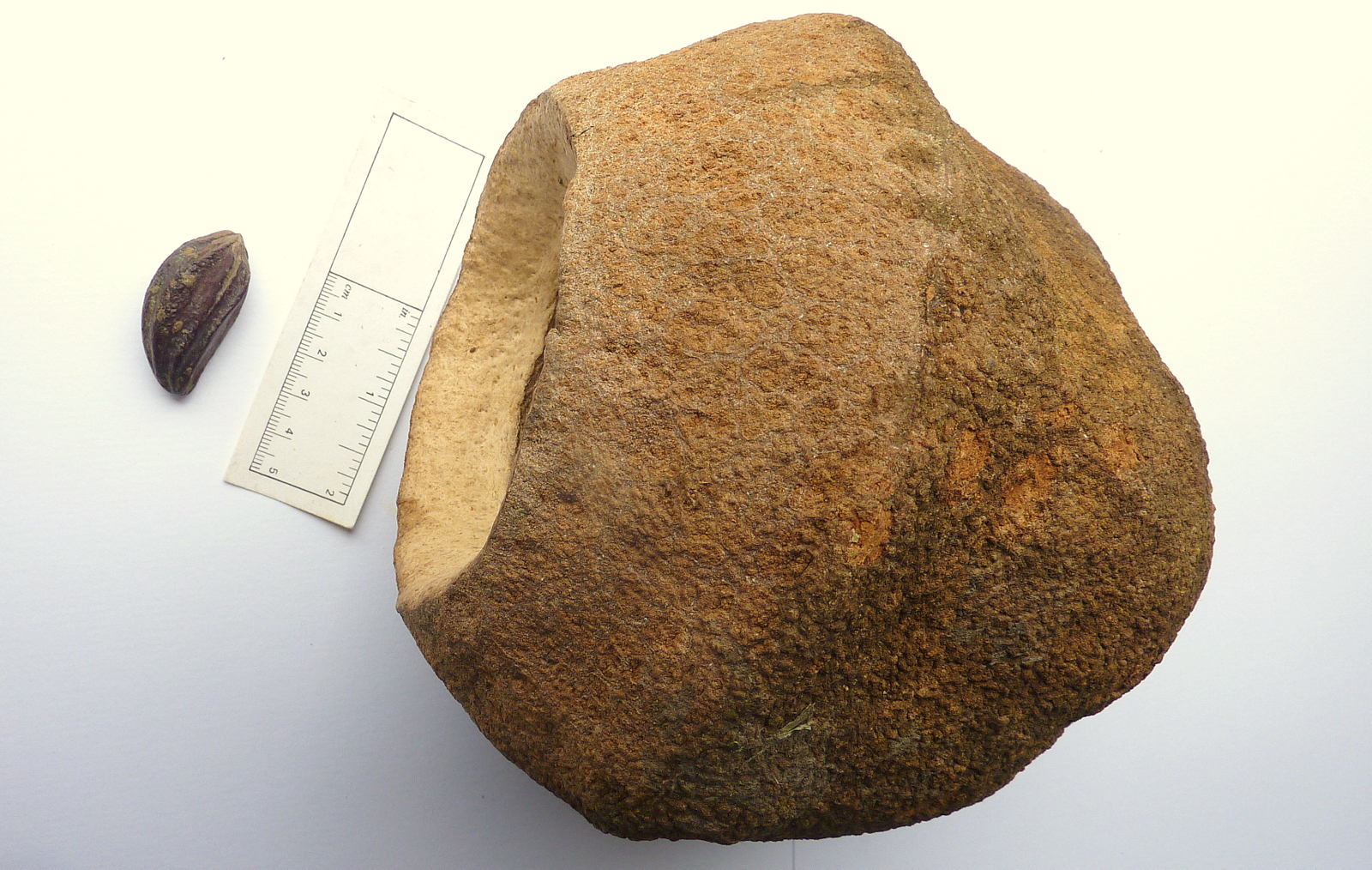
Paradiesnüsse (von versch. Lecythis-Arten; Lecythis pisonis, Lecythis ollaria, Lecythis chartacea, Lecythis zabucajo)
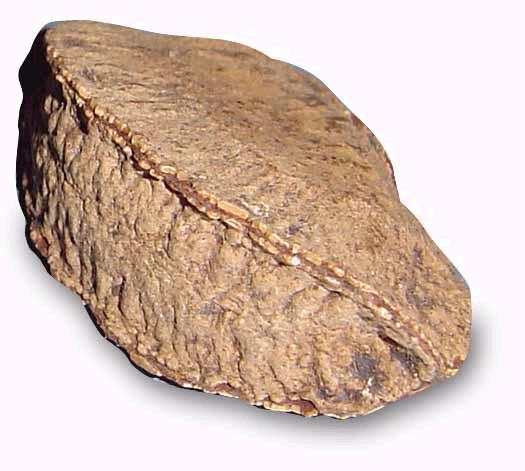
Paranuss
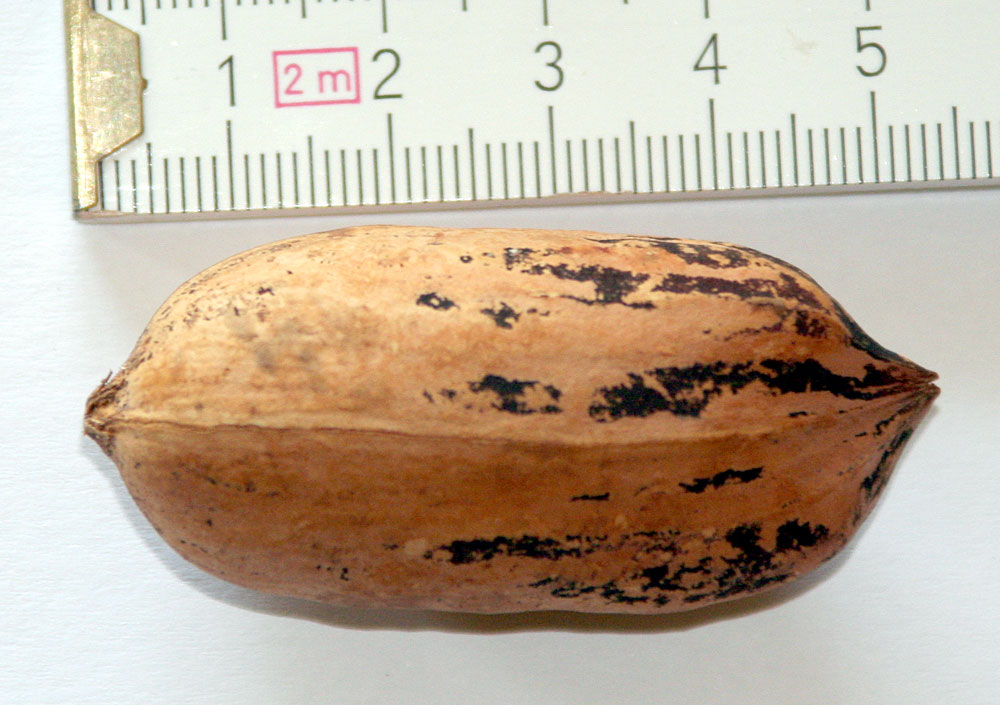
Pekannuss
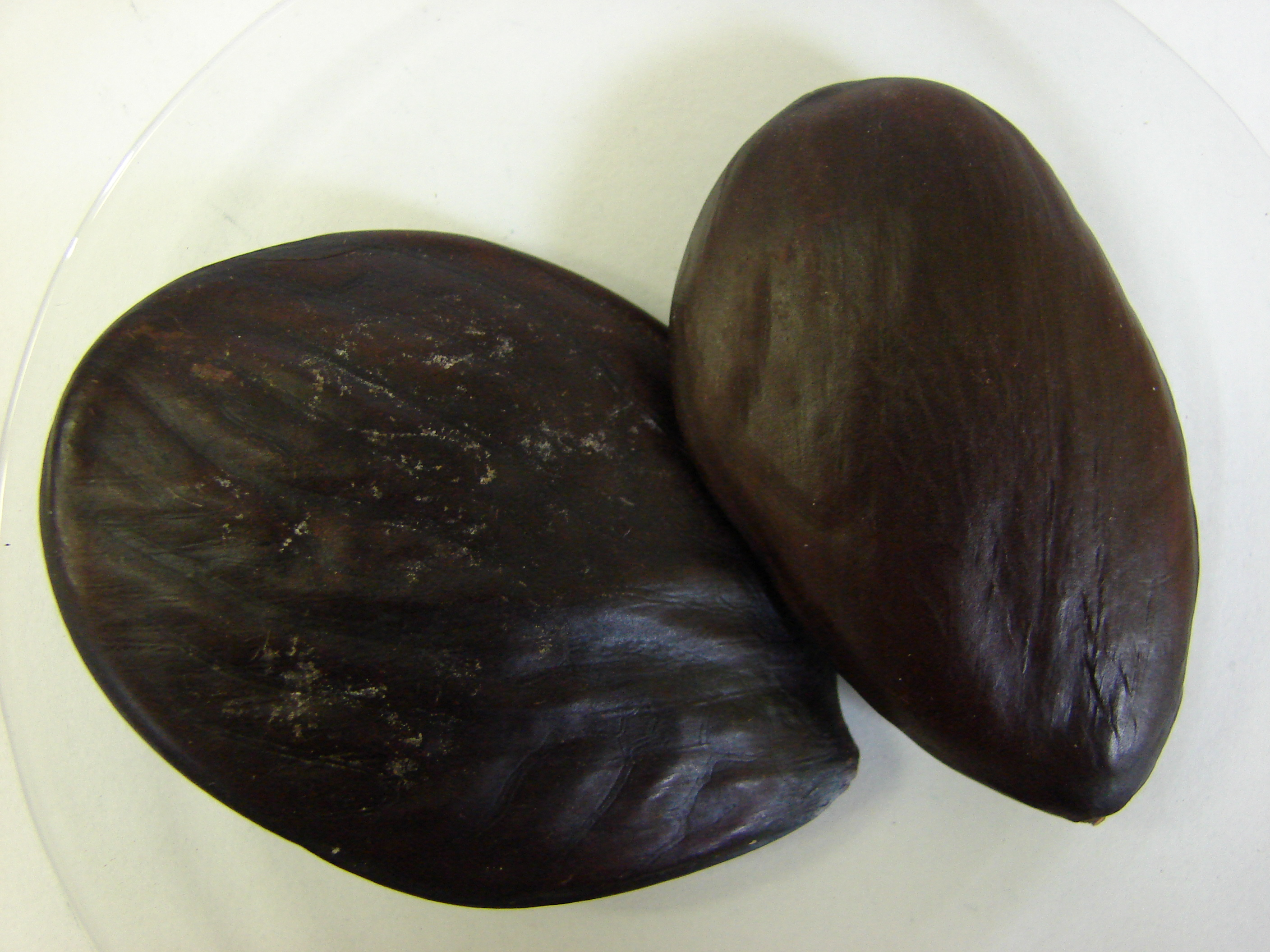
Pentaclethra macrophylla
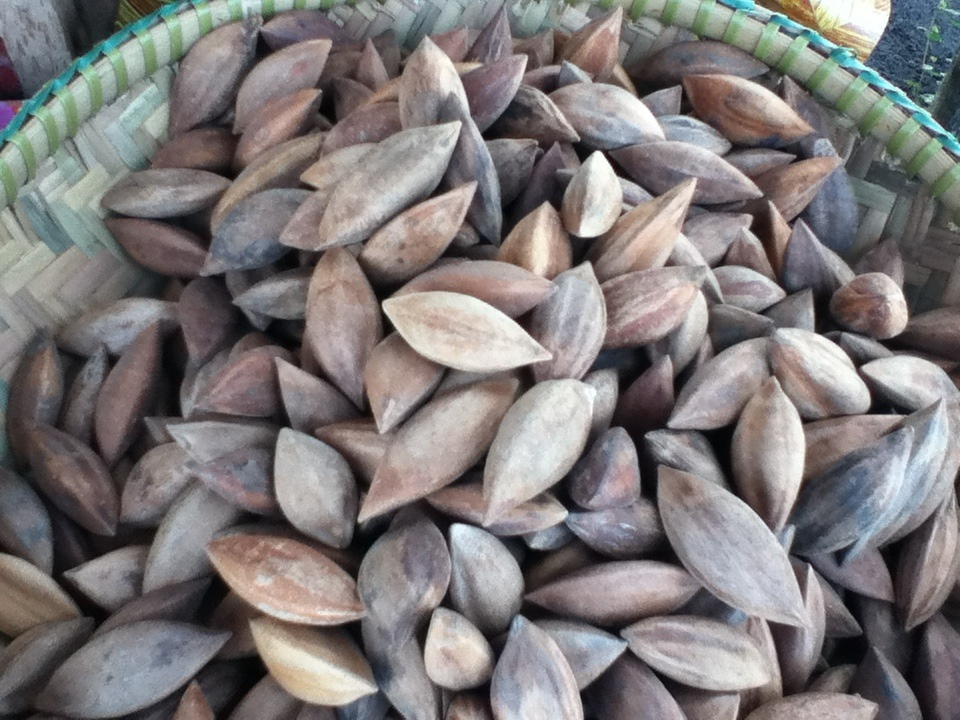
Pilinuss (versch. Canarium-Arten liefern ähnliche Samen, „Nüsse“)
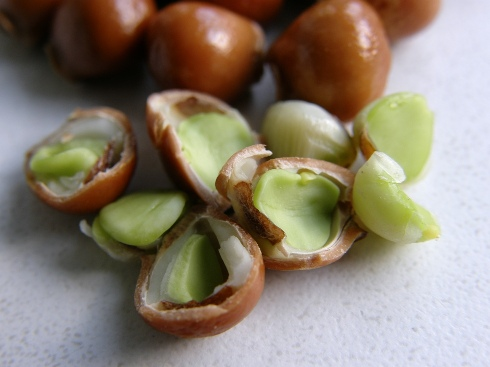
Pimpernuss (auch Staphylea bolanderi, Staphylea trifolia)
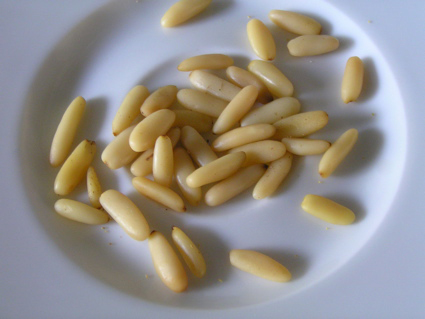
Pinienkerne
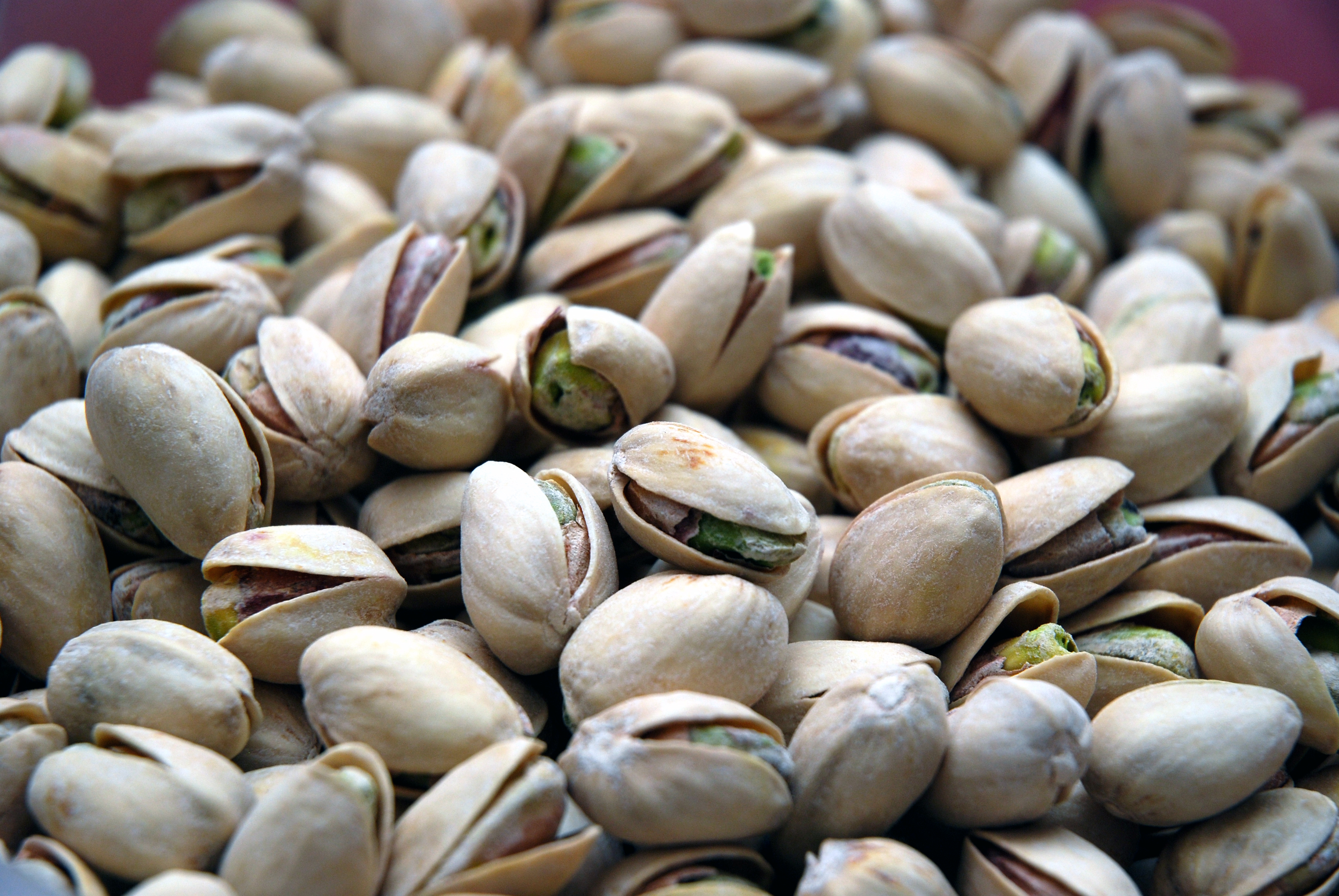
Pistazie (auch Pistacia terebinthus, Pistacia integerrima, Pistacia chinensis, Pistacia mexicana)
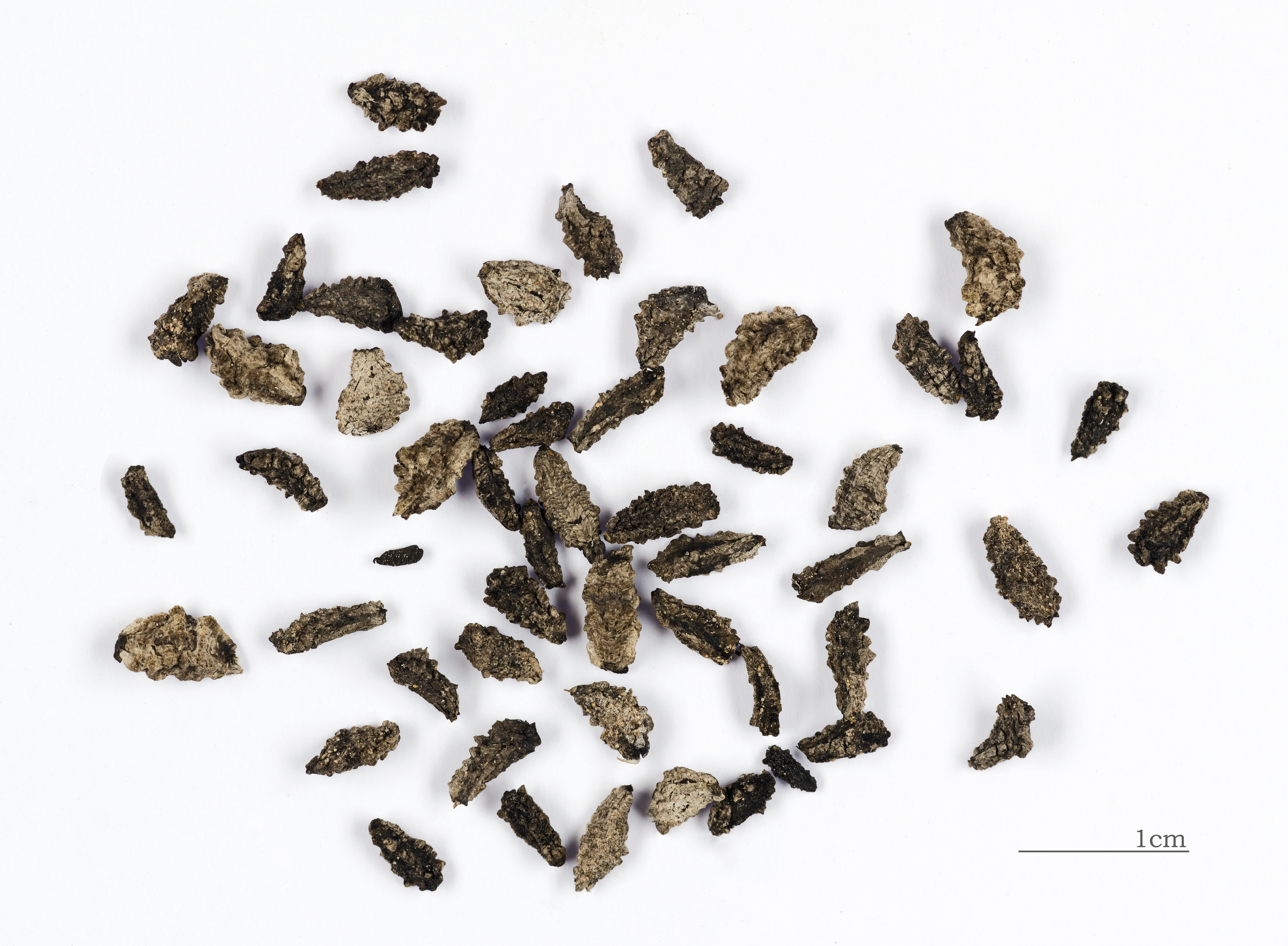
Samen von versch. Proboscidea-Arten
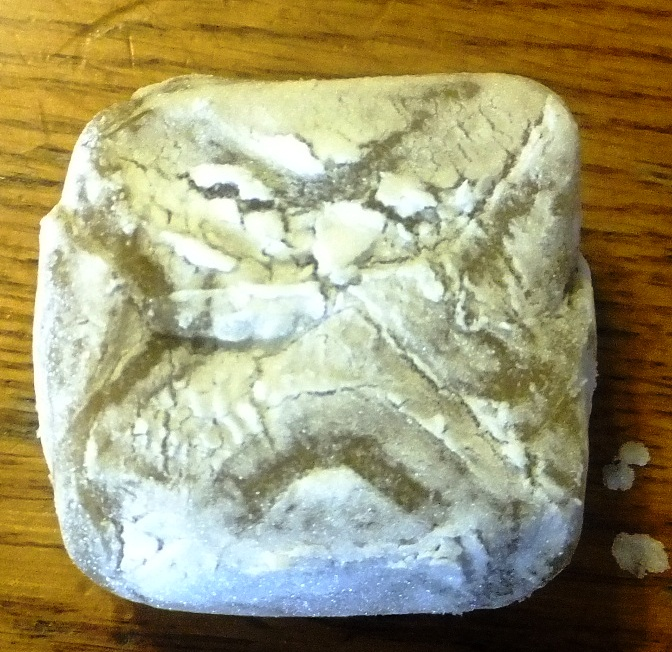
Rosskastanien (Reis-Rosskastanien Cake) (vor allem in Japan, aber auch in Nepal)
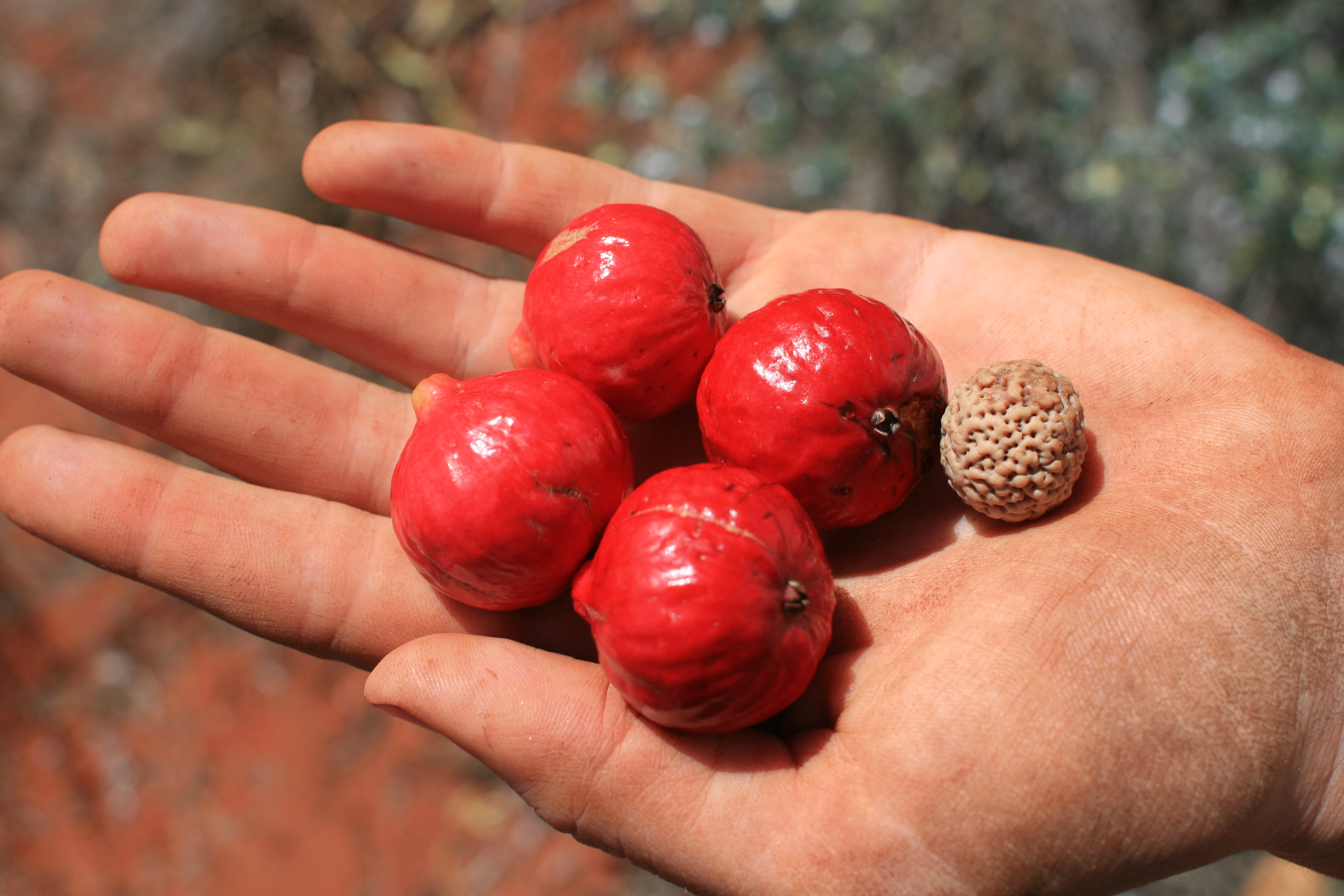
Santalum-Samen (Santalum acuminatum, Santalum spicatum, Santalum ellipticum u. a.)
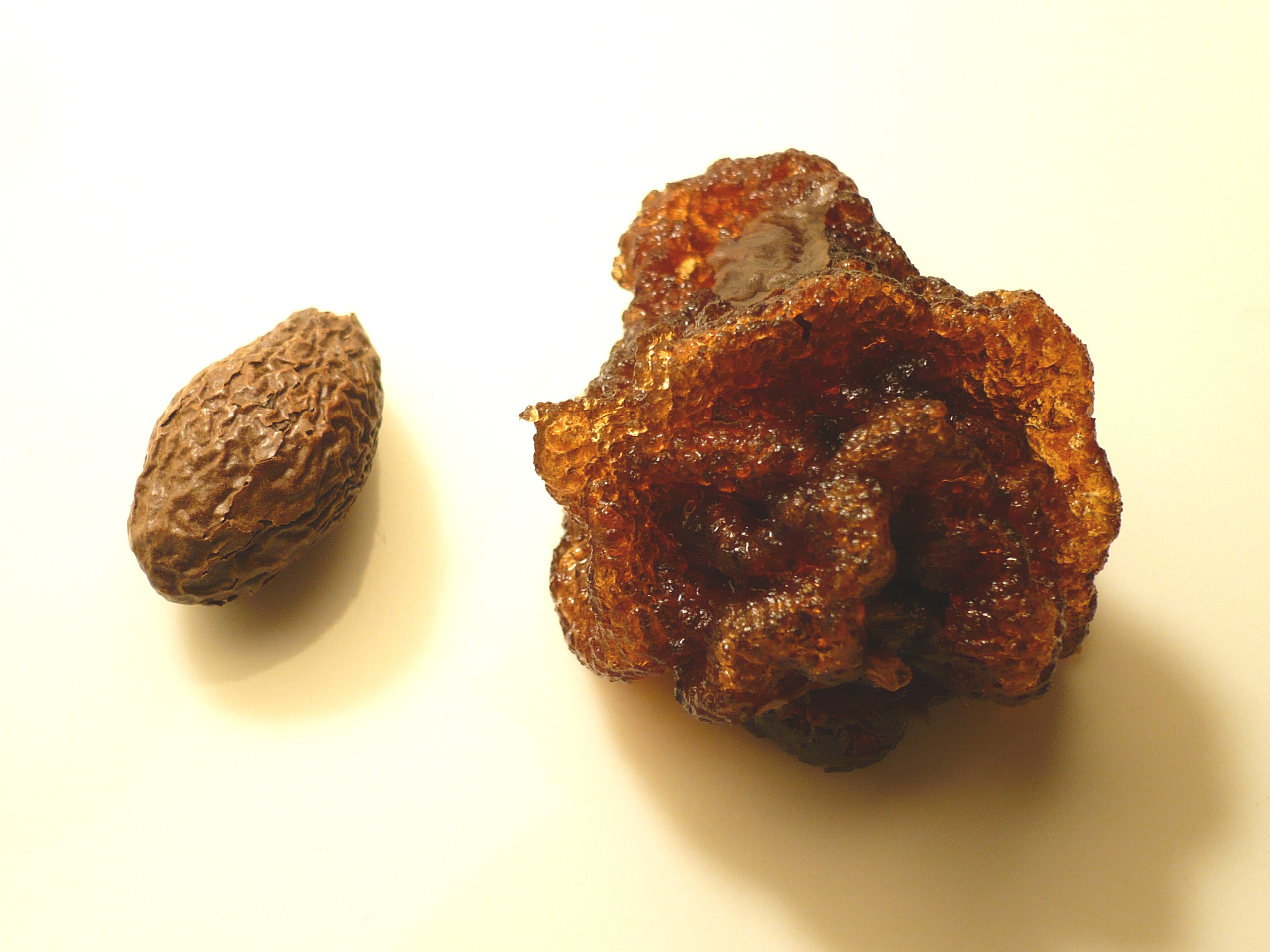
Scaphium affine Scaphium macropodum Scaphium scaphigerum (gelatinöse, aufgequollene Samenschale)
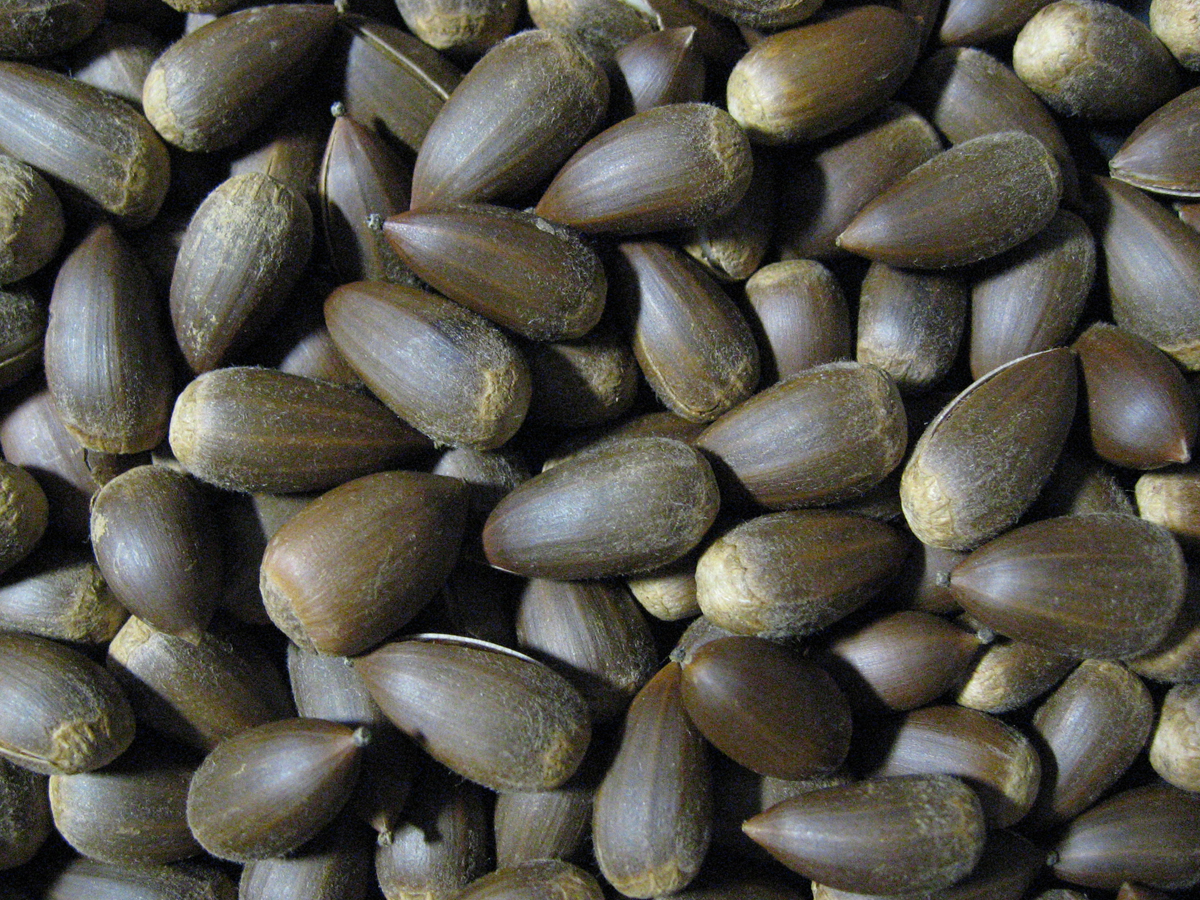
Nüsse von versch. Scheinkastanien
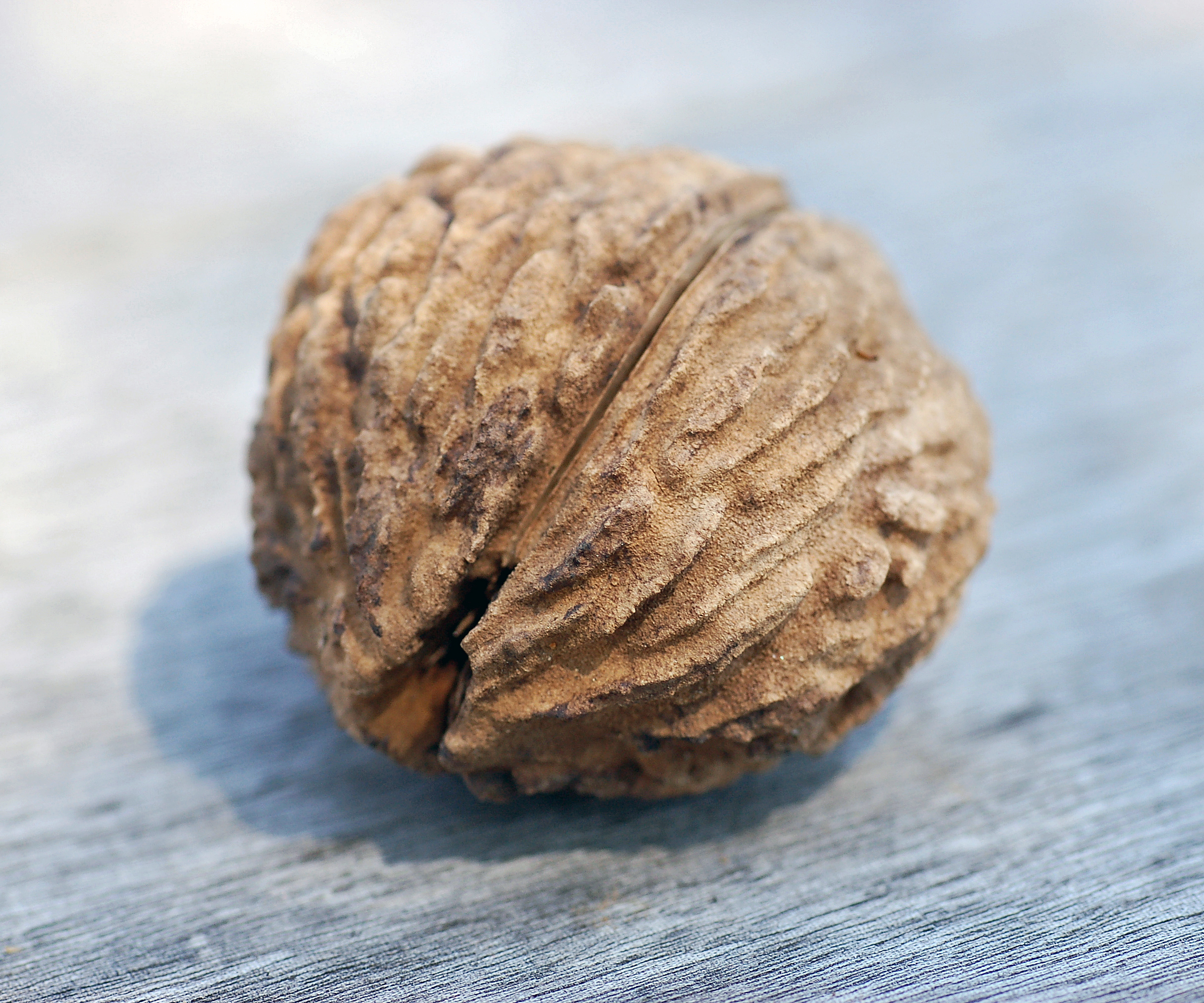
Schwarznuss
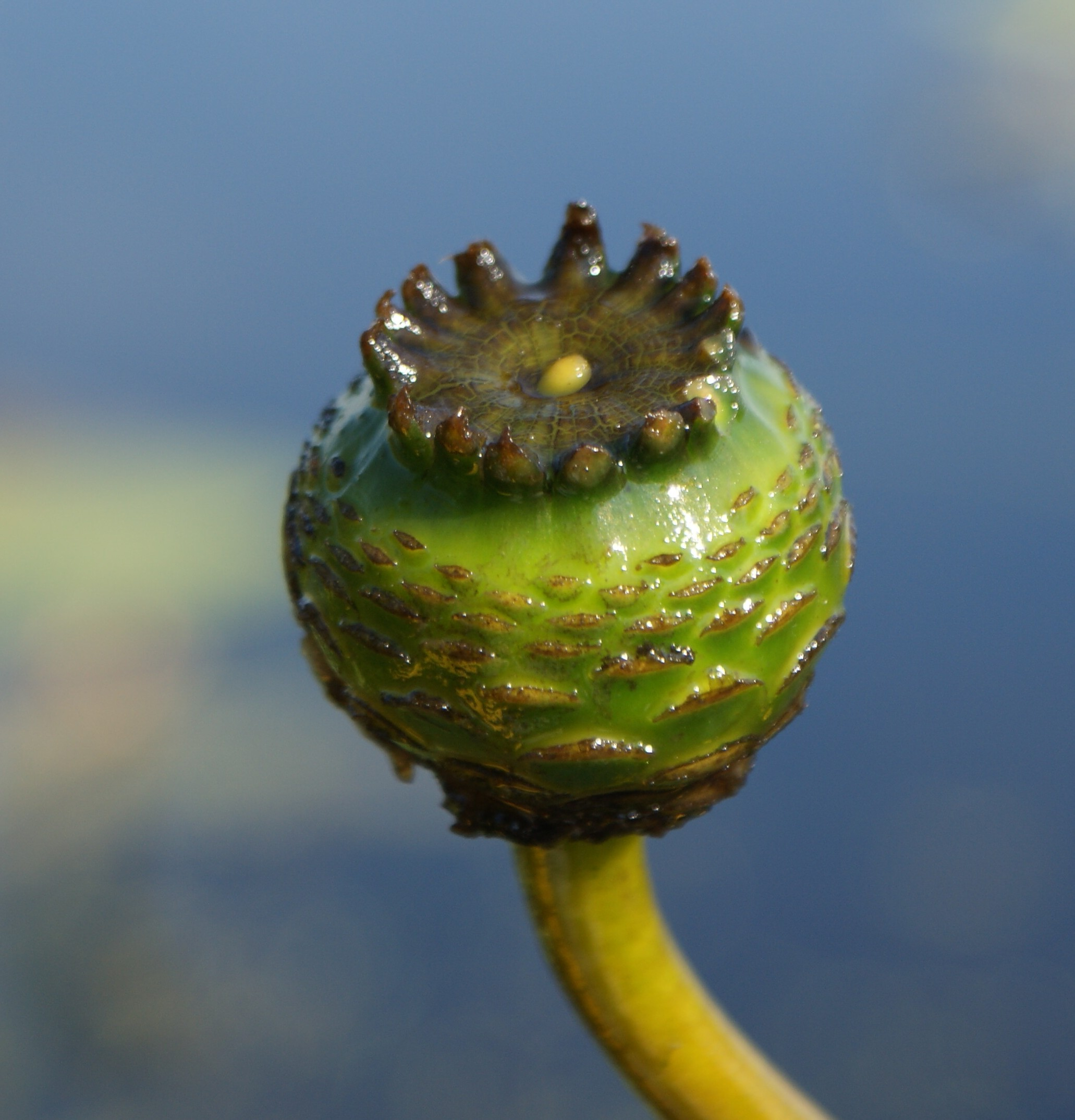
Seerosensamen (Nymphaea gigantea, Nymphaea nouchali, Nymphaea lotus) (ähnliches Bild) (die kleinen Samen werden verwendet; nicht im Bild)
Sesam
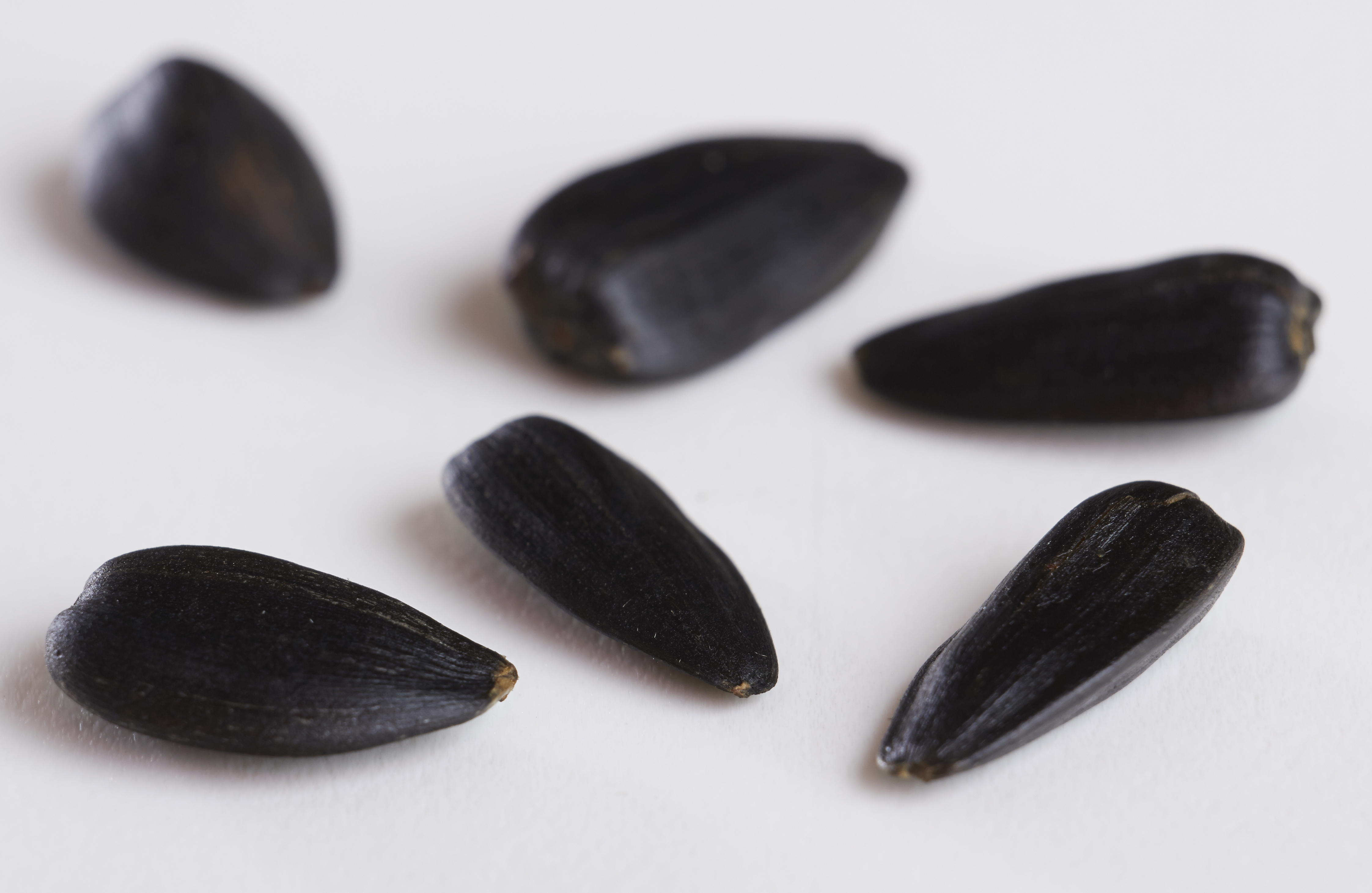
Sonnenblumenkerne
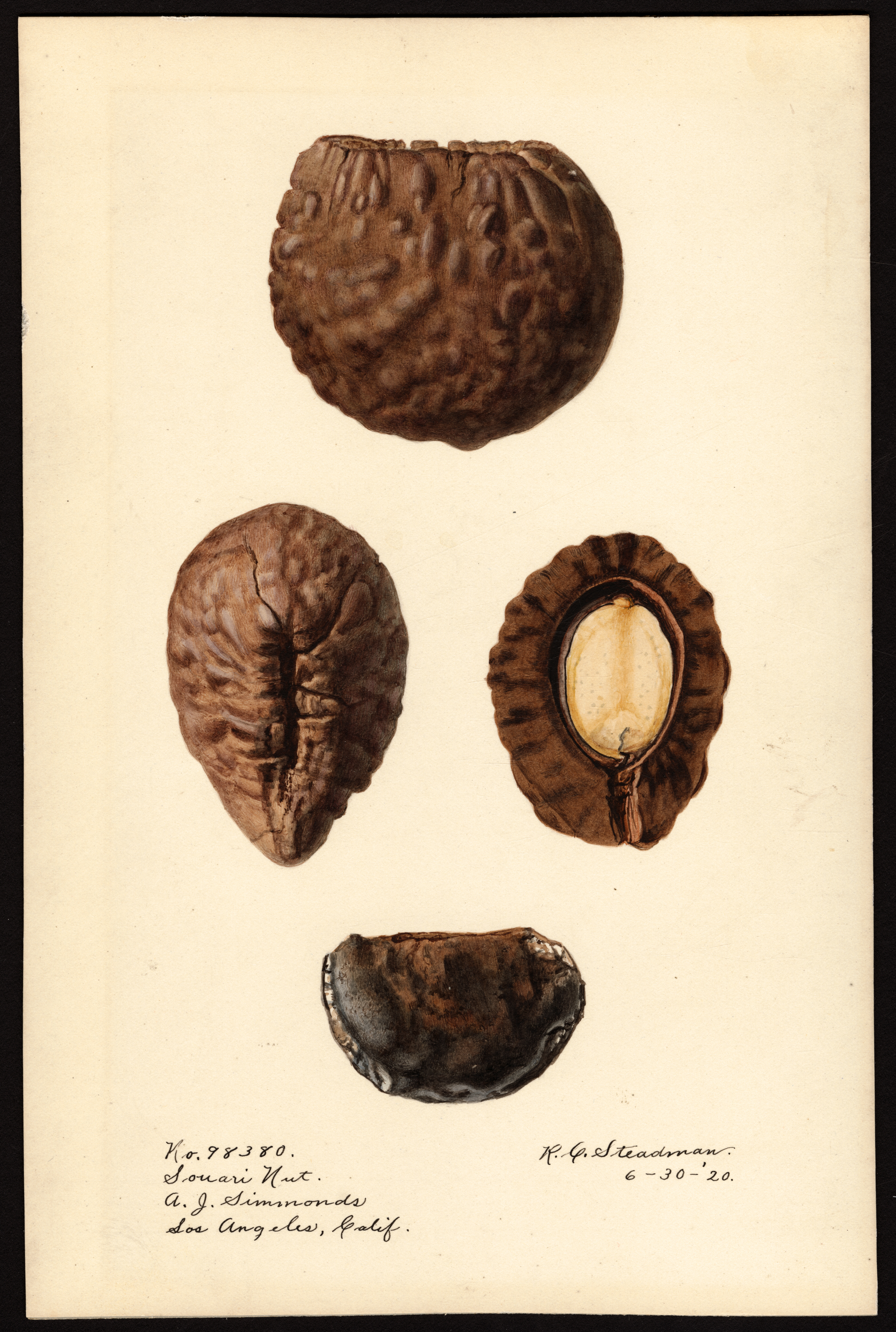
Souarinuss
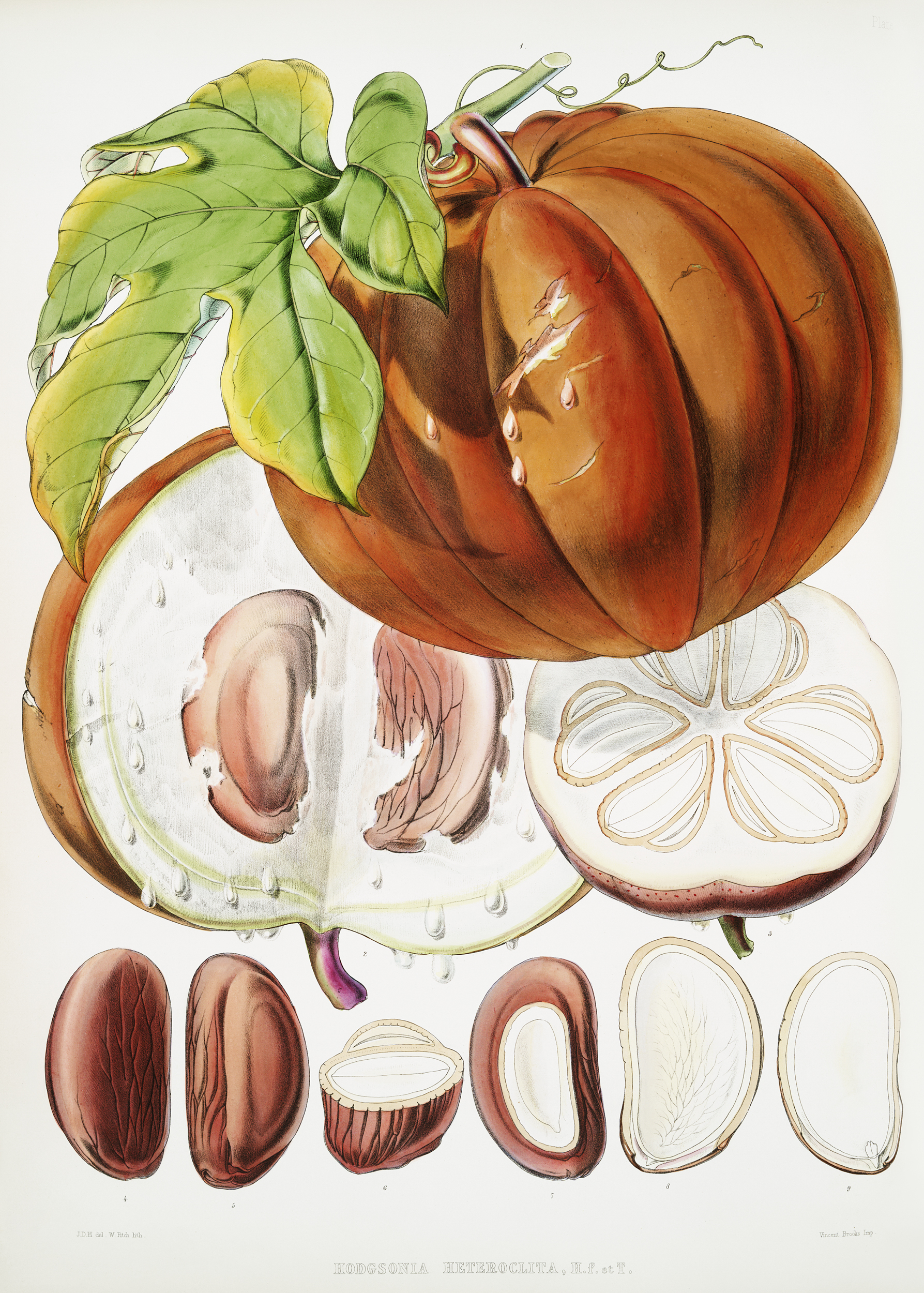
Specksamen (Hodgsonia macrocarpa, Hodgsonia heteroclita)
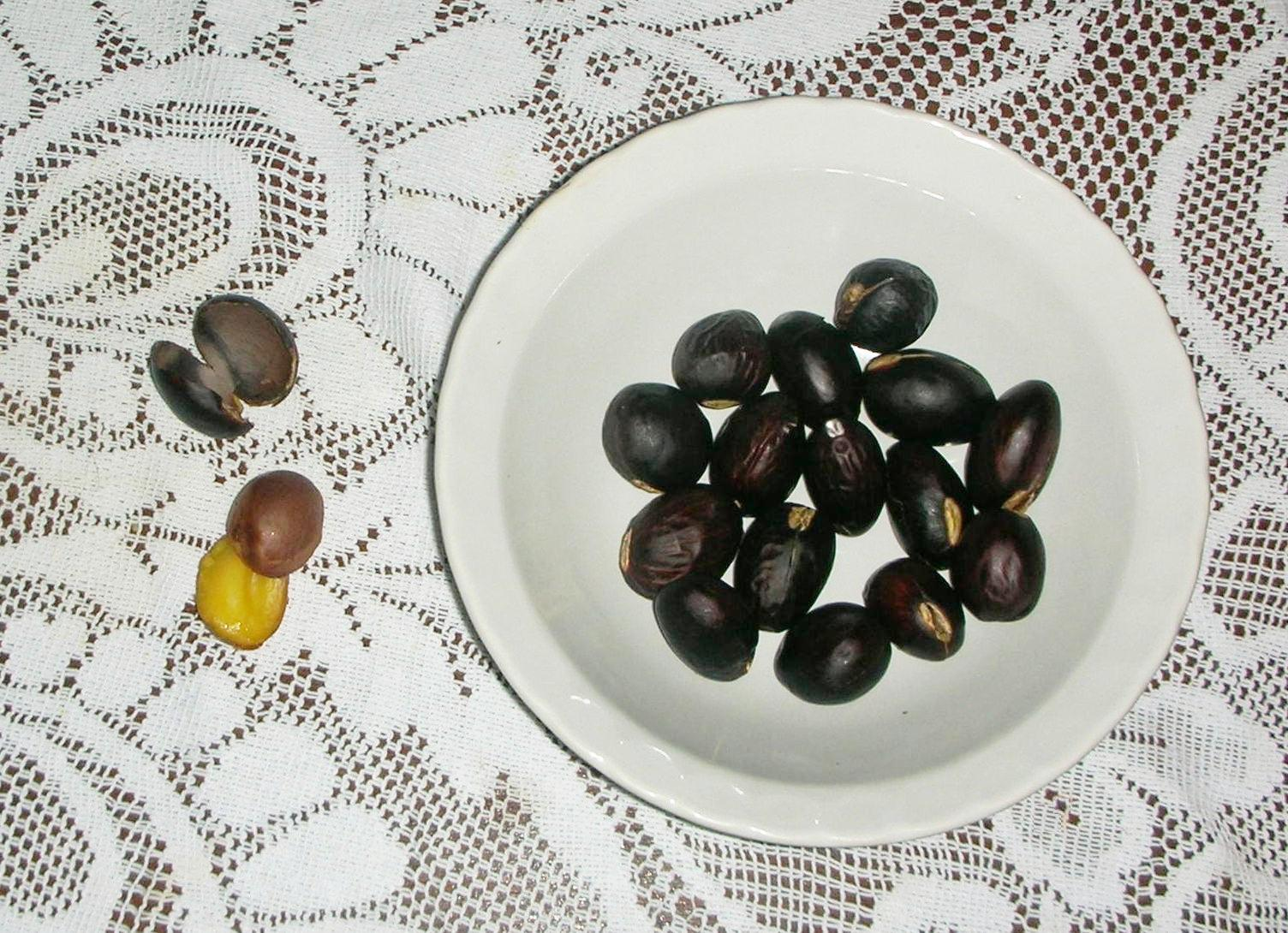
versch. Sterculia-Samen (Sterculia quadrifida, Sterculia foetida, Sterculia monosperma, Sterculia apetala u. a.)
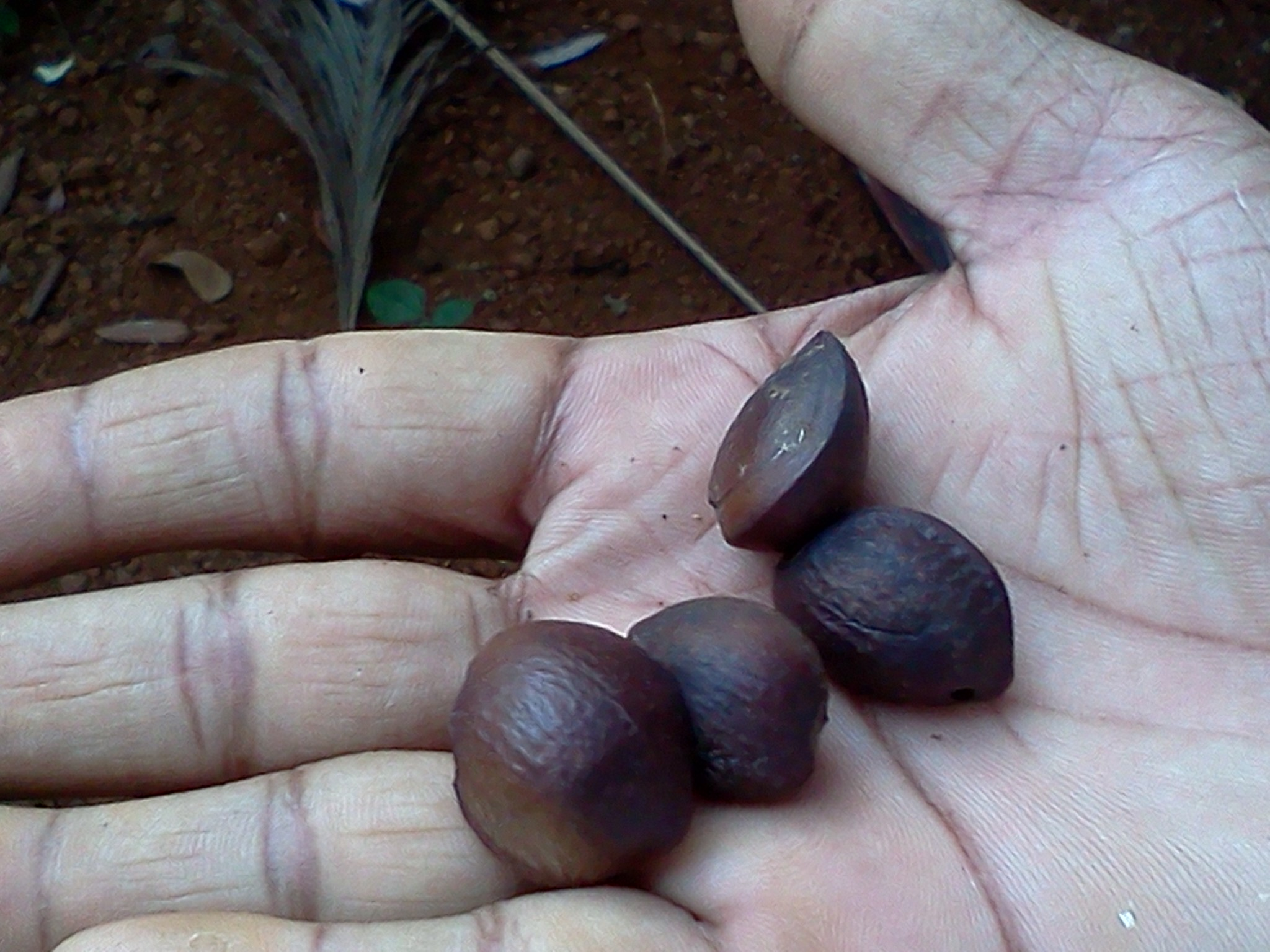
Surli
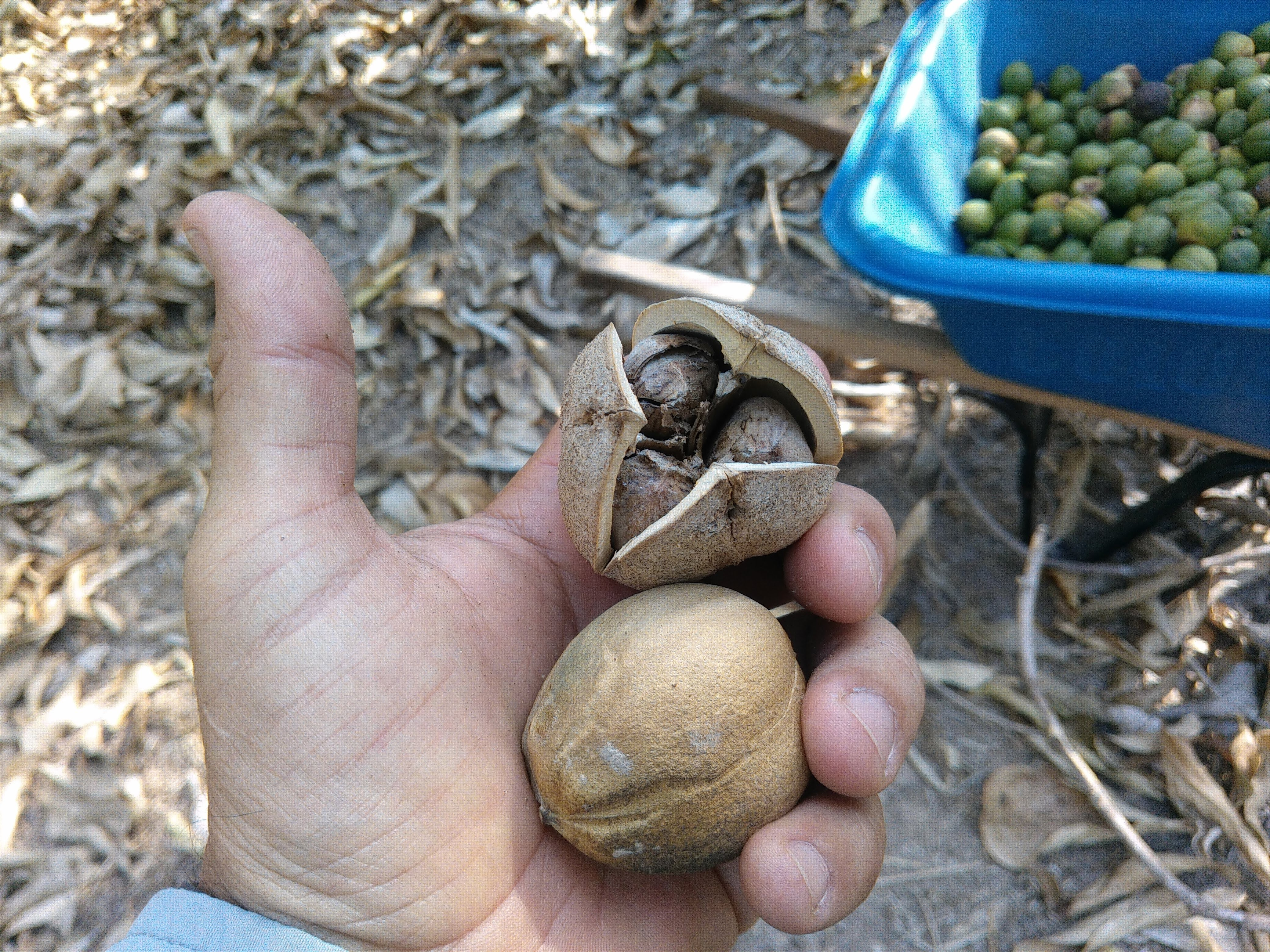
Tacay, Cacay (Caryodendron orinocense)
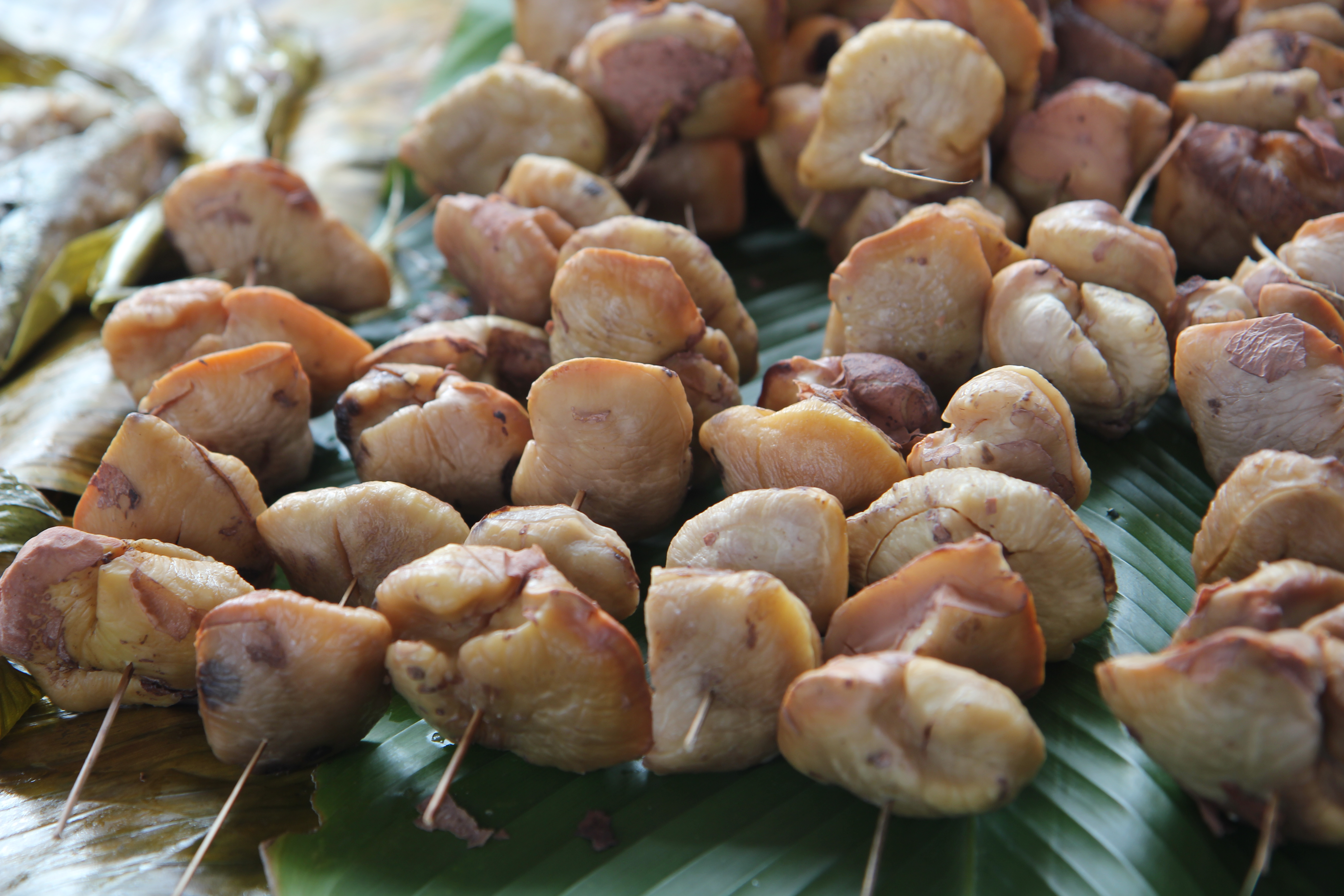
Tahiti Kastanie
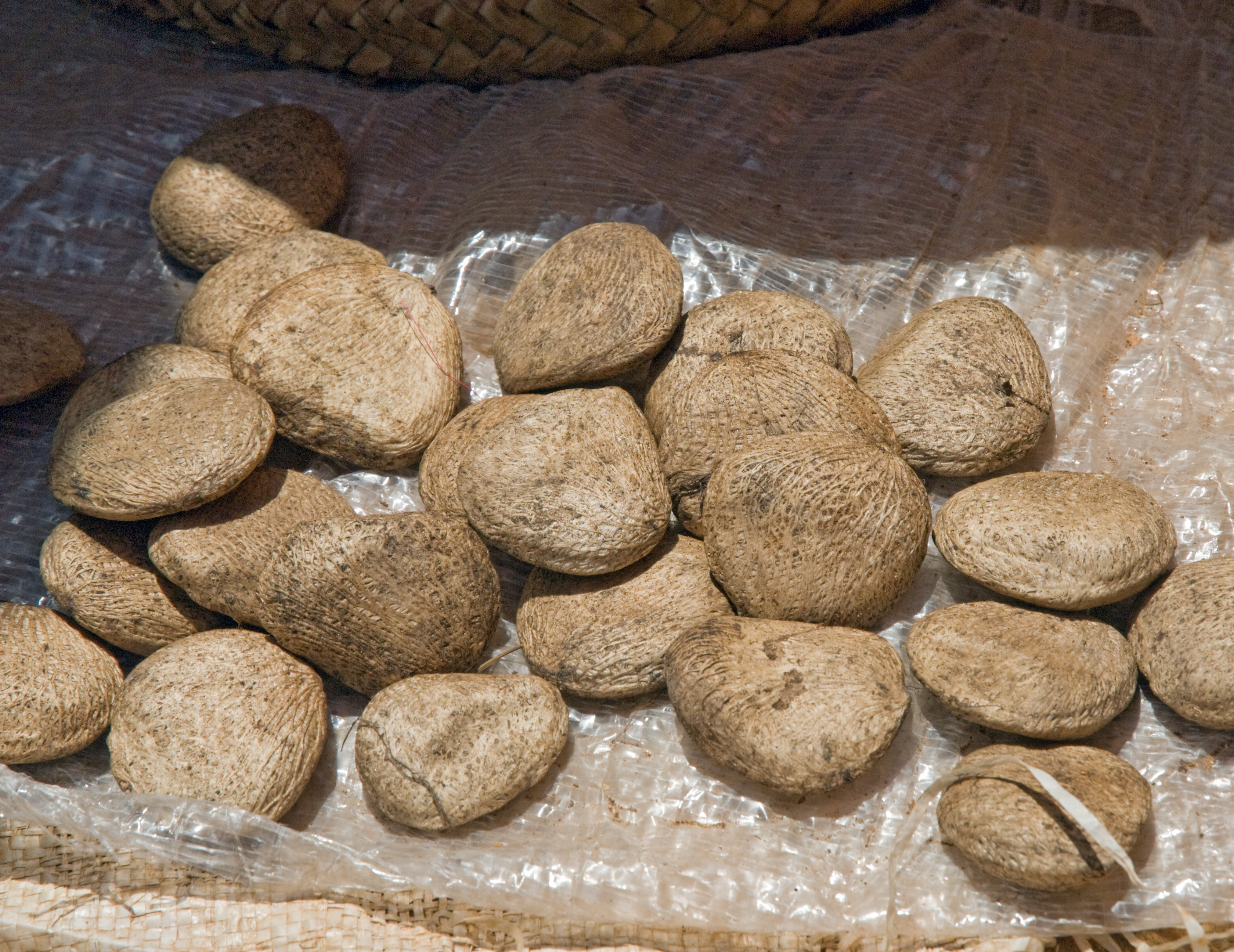
Talerkürbis (Austernnuss)
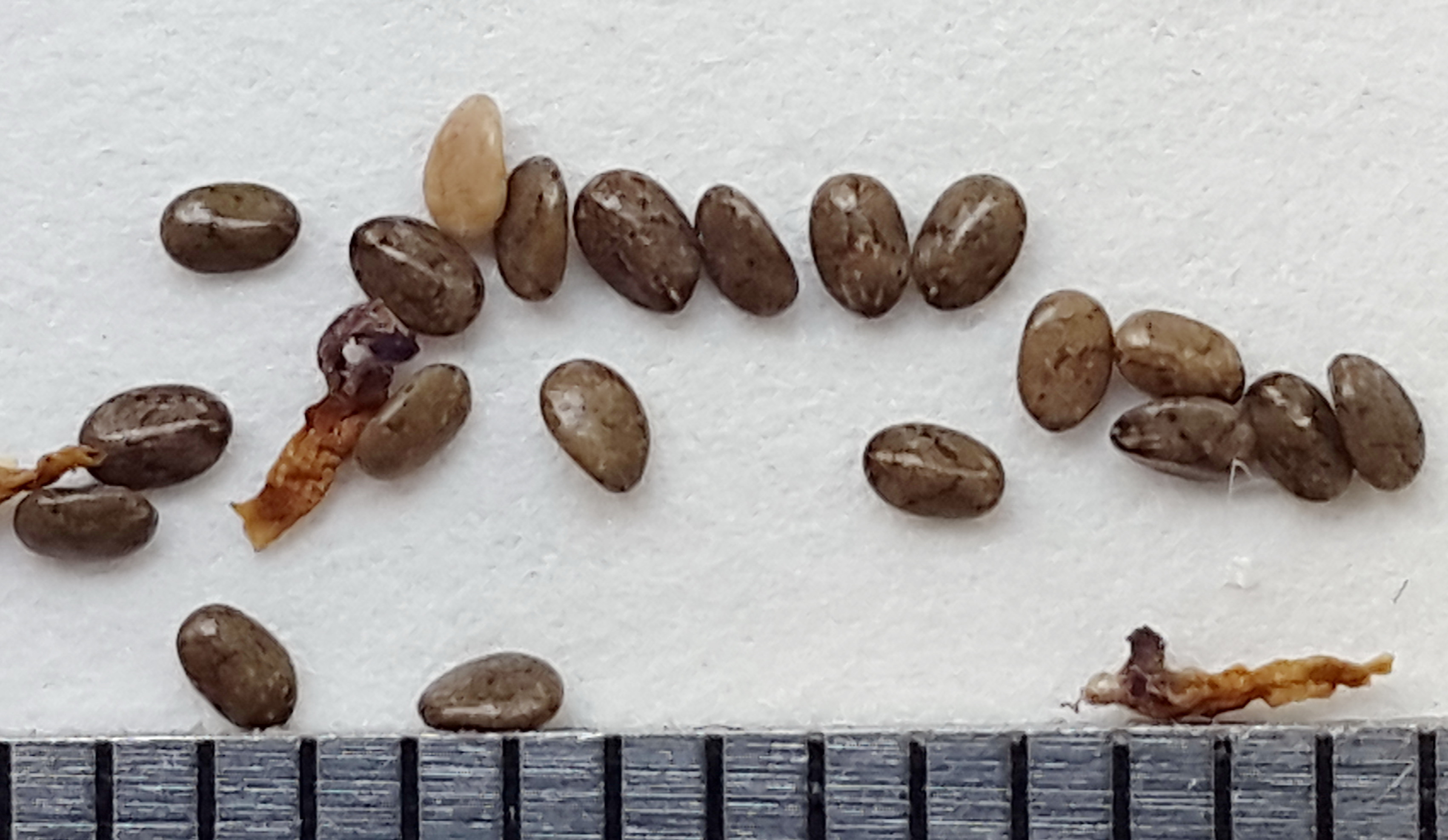
Tarahumara Chia
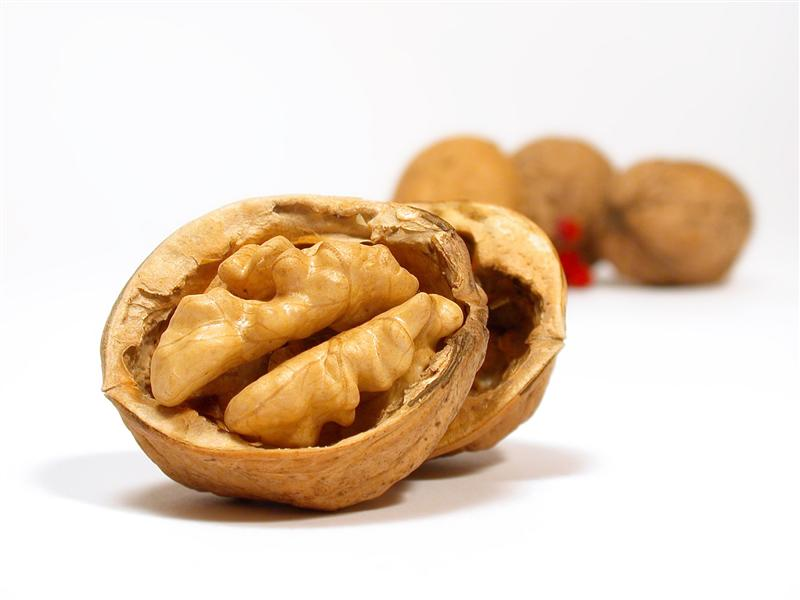
Walnuss
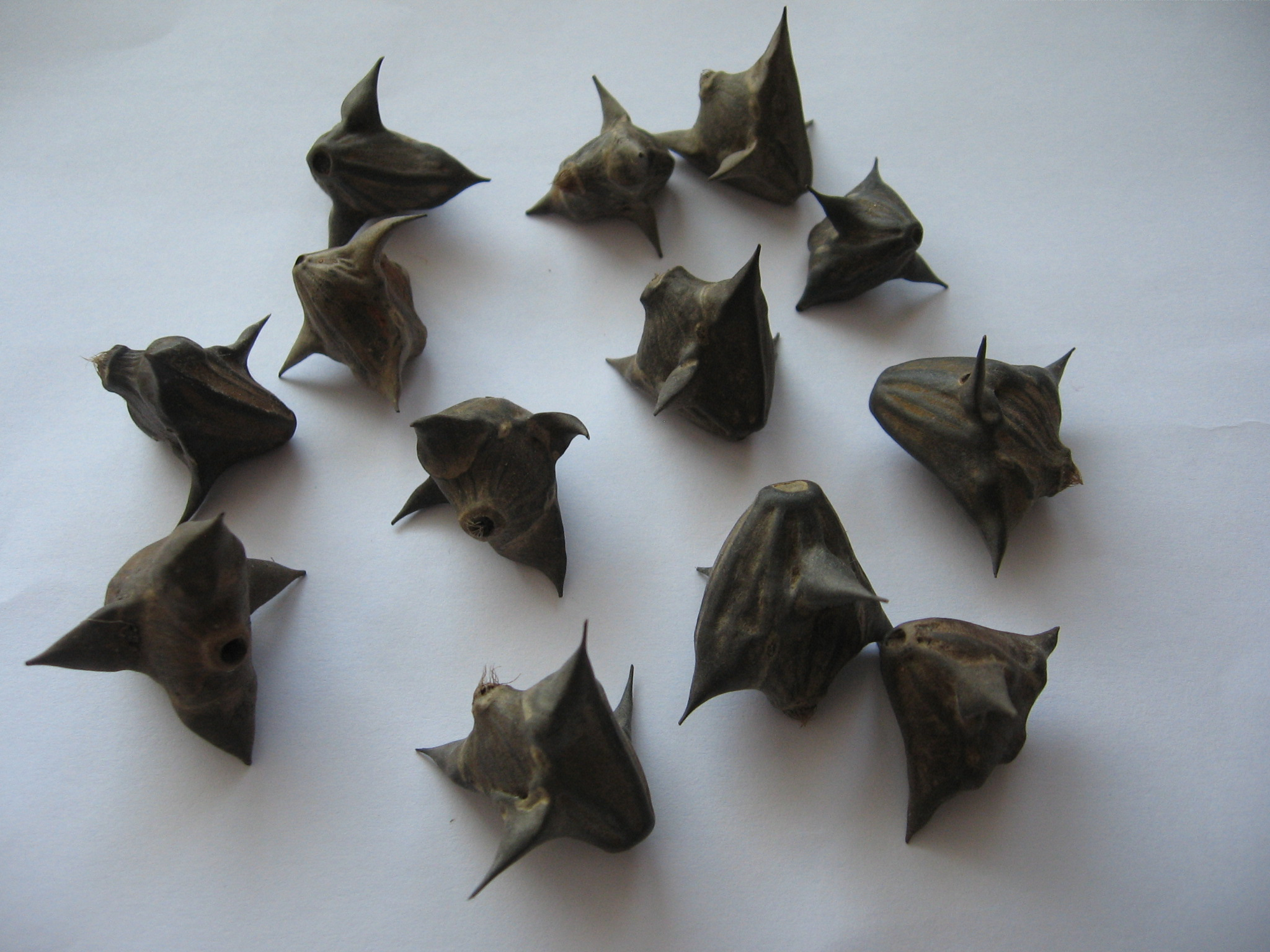
Wassernüsse von versch. Trapa-Arten (roh giftig)
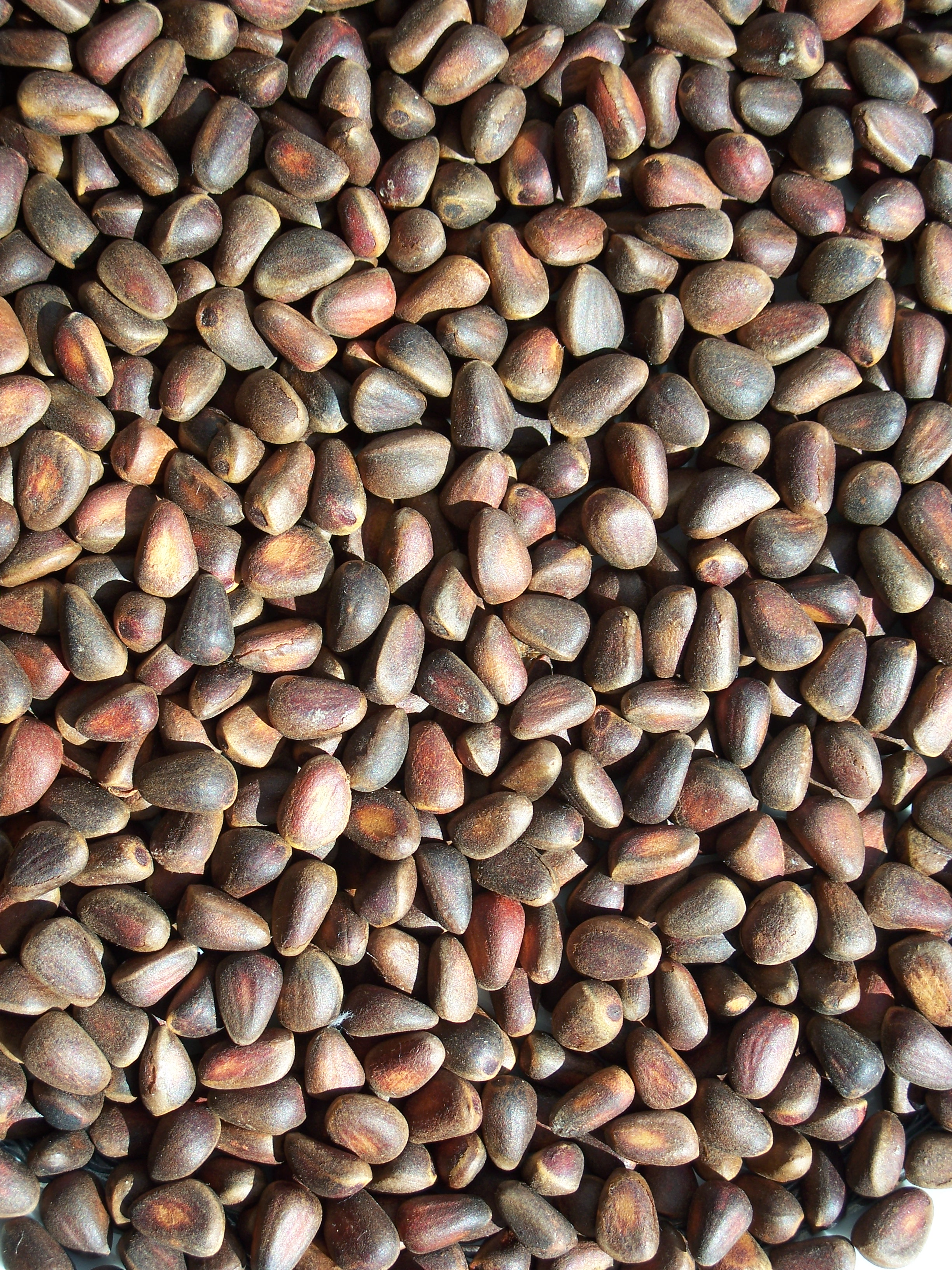
Zedernüsse (von Pinien aus Russland und Asien)

- versch. Araukariensamen (Kerne)
 (Araucaria bidwillii,
 Araucaria araucana,
 Araucaria angustifolia,
 Araucaria heterophylla u. a.)
- Archidendron pauciflorum,
 Archidendron jiringa,
 Archidendron quocense
 Archidendron bubalinum
 (Djenkol, Jenkol, Jering)
- Australische Kastanie
 (nur gut vorgewässert und gekocht)
- Barringtonia edulis
 (Samen)
- Baru
- versch. Basilikum-Samen
 (die Samen oder auch die aufgequollene Samenschale)
- Boscia senegalensis
 (Samen)
- Brennnesselsamen
- Brotfrucht, Jackfrucht, Cempedak
- Brotnussbaum
- Bucheckern
- Butternuss
- Burrawangsamen
 (roh, unbehandelt giftig)
- Nüsse von versch. Carya-Arten
- versch. Cephalotaxus-Samen
- Chamal
- Charoli
 (Chironji)
- Chia
- Chigua
 (Zamia chigua, Zamia obliqua auch Zamia roezlii)
 (roh, unbehandelt giftig)
- Chilenische Haselnuss
- Chinesische Kastanie
 (auch die Japanische Kastanie)
- Cashewfrucht
 („Cashewapfel“ und „Nuss“)
- Dikasamen („Nuss“)
 (ähnliches Bild)
- Dioclea edulis
 (nur gekocht)
- Egusi (Neri)
 (Samen von Cucumeropsis mannii
 oder Wassermelonen)
- Eicheln
 (vor allem in Korea und Japan genutzt)
- Eichelähnliche
 (Lithocarpus corneus,
 Lithocarpus philippinensis u. a.)
- Elaeocarpus bancroftii
- Erdmandel
 (Chufa, Tigernuss)
- Erdnuss
- Euryale ferox
 (gepoppte Samen)
- Falscher Sesam
 (Ceratotheca triloba,
 Ceratotheca sesamoides)
- Ginkgo
- Samen von versch. Gnetum-Arten
 (Melinjo, Belinjo)
 (siehe auch Emping)
- Guaraná
 (Samenpulver)
- Hanfnuss
- Haselnuss
 verwendet werden auch
 Baum-Hasel, Amerikanische Hasel, Lambertshasel, Mongolische Hasel, Japanische Hasel
- Indische Mandel
- Inka-Nuss
 (Sacha Inchi)
- Japanische Walnuss
 (Herznuss)
- Jojoba
- Kalifornischer Lorbeer
 (Baynuts)
- Karuka
 (Pandanus brosimos,
 Pandanus julianettii)
- Keluak
- Kemirinuss
 (Lichtnuss)
 (Kerne)
- Kolanuss
- Kokosnuss
- Kürbiskerne
- Kurrajong
 (versch. Flaschenbaumsamen)
 (Brachychiton populneus,
 Brachychiton diversifolius,
 Brachychiton  gregorii,
 Brachychiton discolor u. a.)
- Leinsamen
- versch. Leucaena-Samen
- Lotossamen
- Macadamia
- Malabar Kastanie
 (Glückskastanie)
- Mandel
- Marone
 (Edelkastanie, Marroni)
- Marulasamen („Nuss“)
- Melonen-, Kürbiskerne
 (Koloquinte, Telfairia occidentalis, Feigenblatt-Kürbis u. a.)
- Mohnsamen
- Nigersamen
- Samen von versch. Nusseiben
- Okwa
- Omphalea triandra
 (Jamaikanische Haselnuss, Baynuss)
 (ähnlich ist Omphalea diandra)
- versch. Palmensamen
 (Attalea cohune, Attalea speciosa
 Astrocaryum aculeatum, Bactris gasipaes, Aiphanes horrida, Jubaea chilensis, Babassupalme,
 Nypa fruticans u. a.)
- versch. Palmensamen
 (junges, gelatinöses Endosperm)
 (roh; Borassus flabellifer,
 Nypa fruticans)
 Phytelephas aequatorialis
 (gekocht; Arenga pinnata)
- Paradiesnüsse
 (von versch. Lecythis-Arten;
 Lecythis pisonis, Lecythis ollaria,
 Lecythis chartacea,
 Lecythis zabucajo)
- Paranuss
- Pekannuss
- Pentaclethra macrophylla
- Pilinuss
  (versch. Canarium-Arten liefern ähnliche Samen, „Nüsse“)
- Pimpernuss
 (auch Staphylea bolanderi, Staphylea trifolia)
- Pinienkerne
- Pistazie
 (auch Pistacia terebinthus,
 Pistacia integerrima,
 Pistacia chinensis,
 Pistacia mexicana)
- Samen von versch.
 Proboscidea-Arten
- Rosskastanien
 (Reis-Rosskastanien Cake)
 (vor allem in Japan, aber auch in Nepal)
- Santalum-Samen
 (Santalum acuminatum,
 Santalum spicatum,
 Santalum ellipticum u. a.)
- Scaphium affine
 Scaphium macropodum
 Scaphium scaphigerum
 (gelatinöse, aufgequollene Samenschale)
- Nüsse von versch. Scheinkastanien
- Schwarznuss
- Seerosensamen
 (Nymphaea gigantea,
 Nymphaea nouchali,
 Nymphaea lotus)
 (ähnliches Bild)
 (die kleinen Samen werden verwendet; nicht im Bild)
- Sesam
- Sonnenblumenkerne
- Souarinuss
- Specksamen
 (Hodgsonia macrocarpa,
 Hodgsonia heteroclita)
- versch. Sterculia-Samen
 (Sterculia quadrifida,
 Sterculia foetida,
 Sterculia monosperma,
 Sterculia apetala u. a.)
- Surli
- Tacay, Cacay
(Caryodendron orinocense)
- Tahiti Kastanie
- Talerkürbis
 (Austernnuss)
- Tarahumara Chia
- Walnuss
- Wassernüsse
 von versch. Trapa-Arten
 (roh giftig)
- Zedernüsse
 (von Pinien aus Russland und Asien)

## Keimlinge, Sprossen und Triebe

### Keimlinge

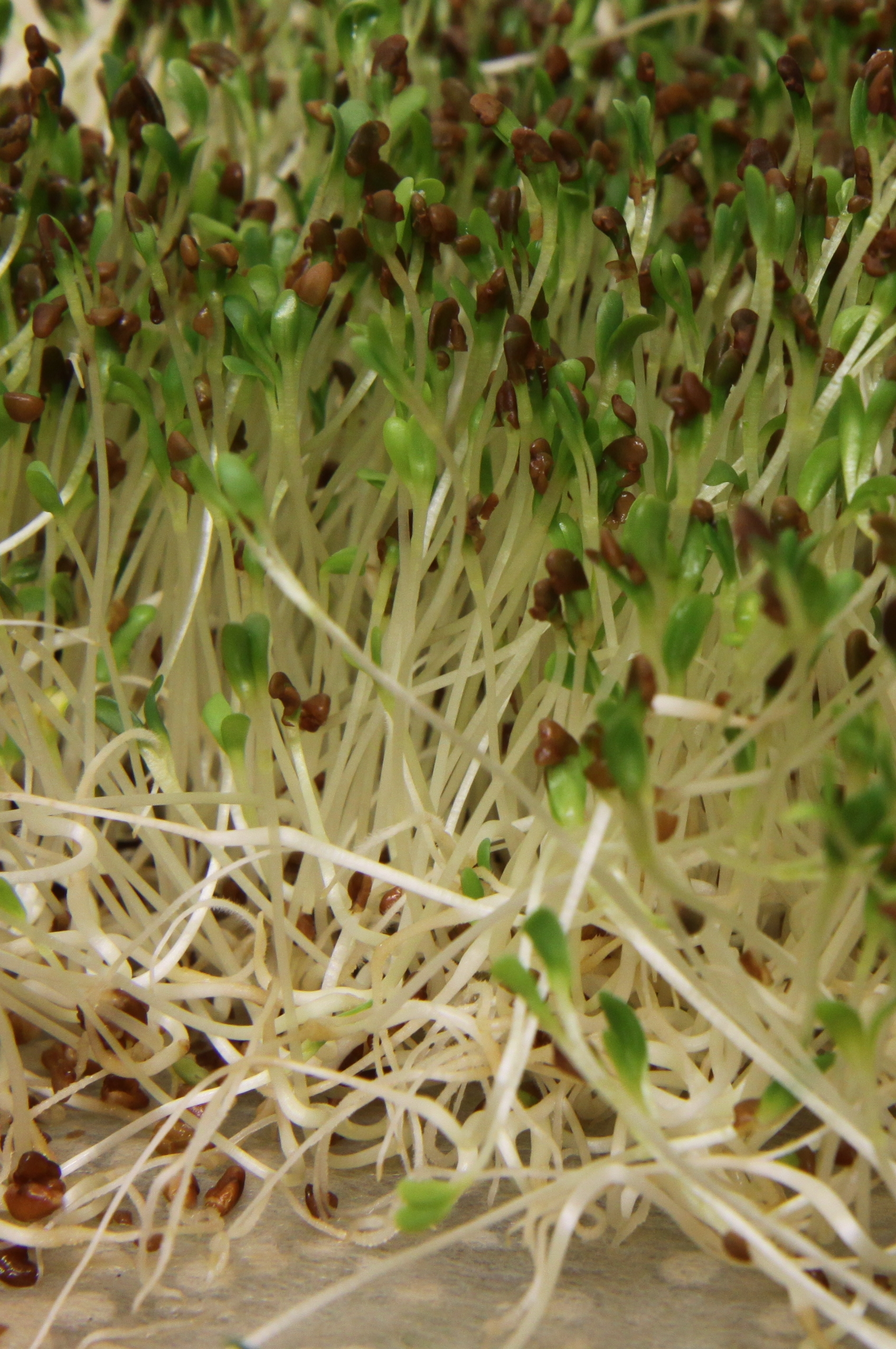
Alfalfa
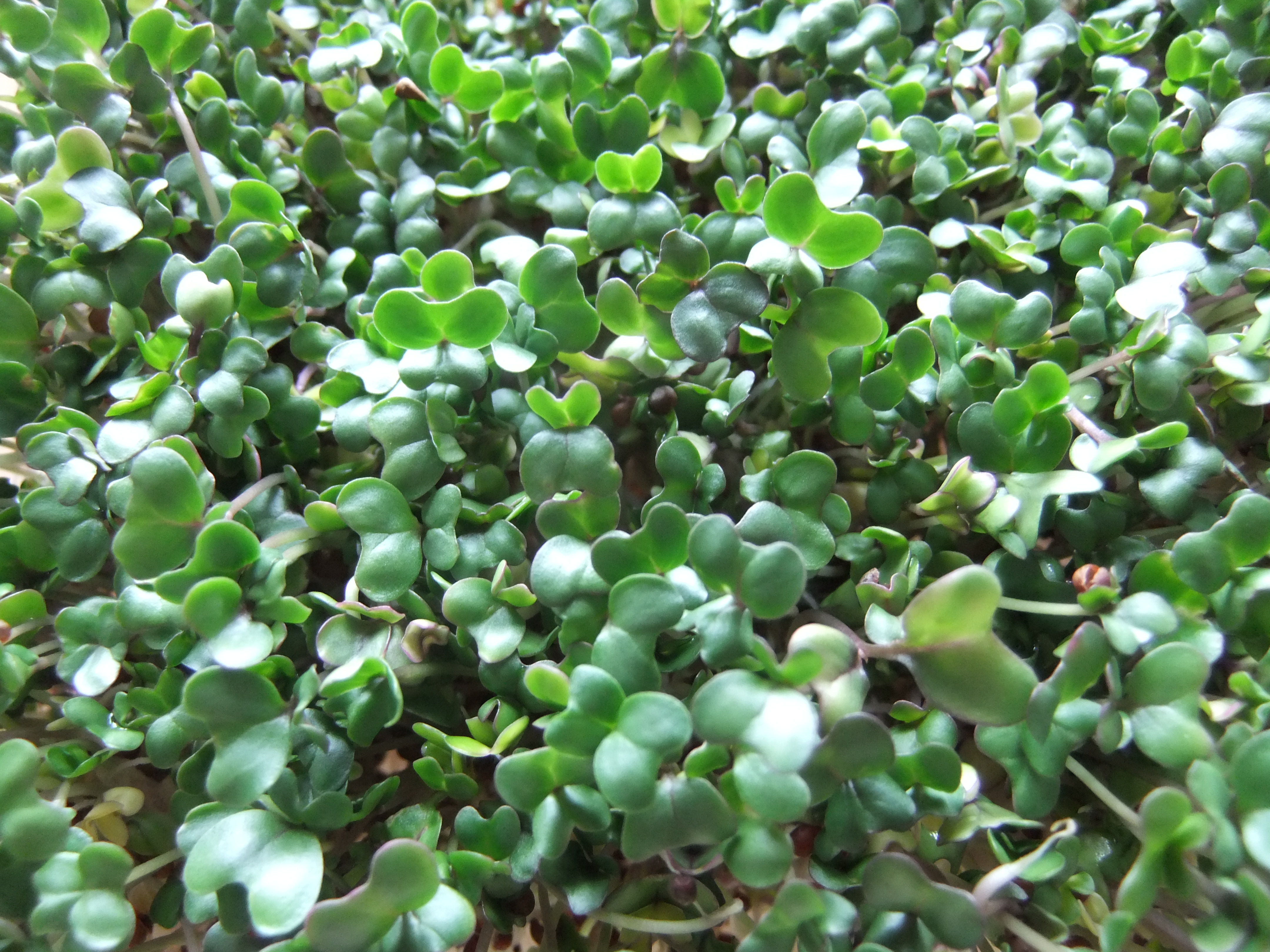
Broccolisprossen
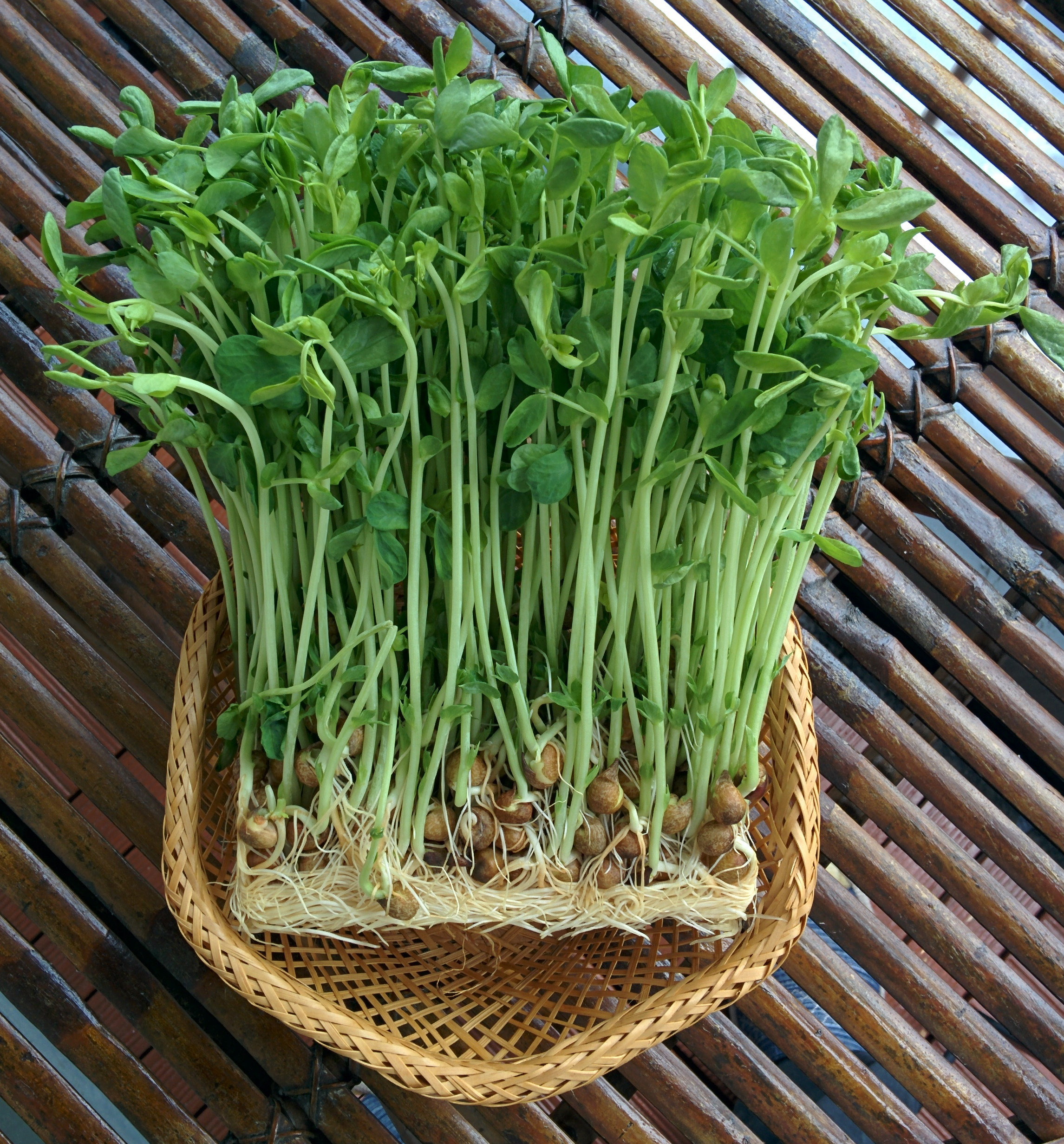
Erbsensprossen
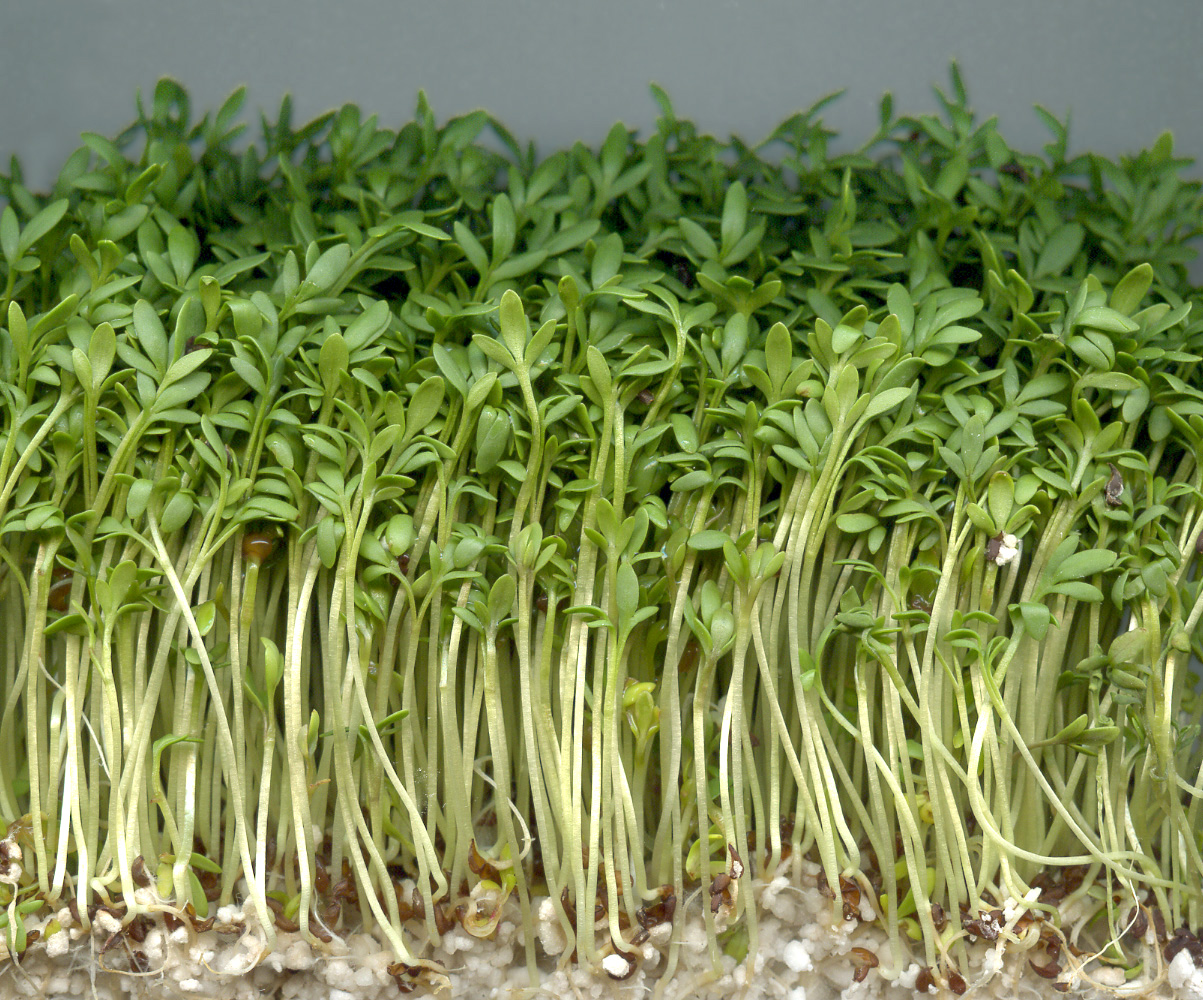
Kresse
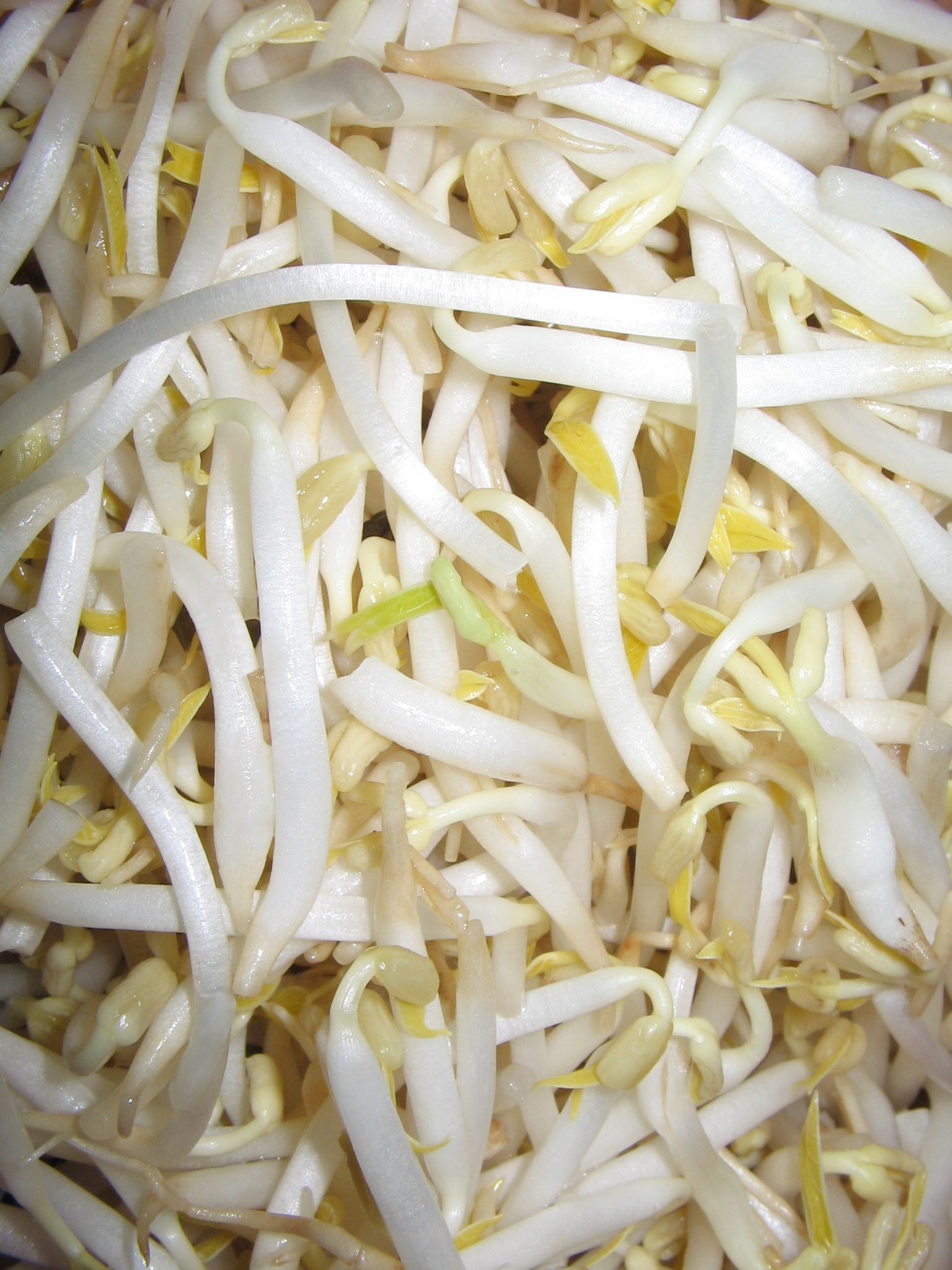
Mungbohnensprossen
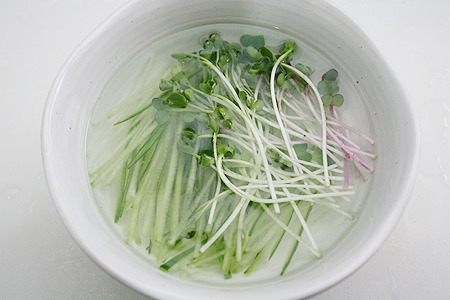
Rettichsprossen
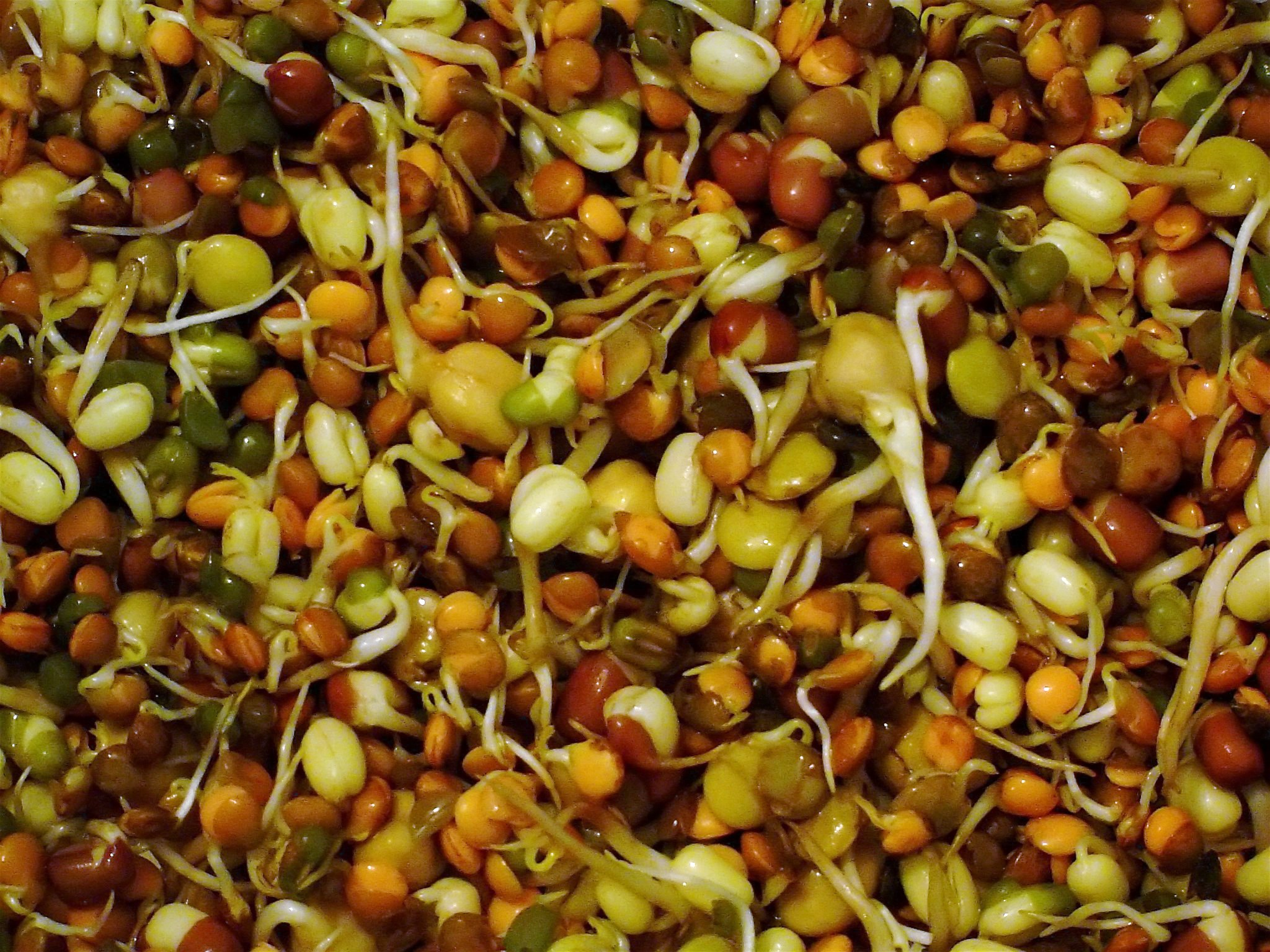
Sprossenmix mit Mungbohnen, Linsen und Kichererbsen
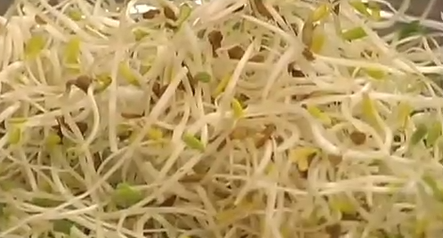
Weizenkeime

### Triebe

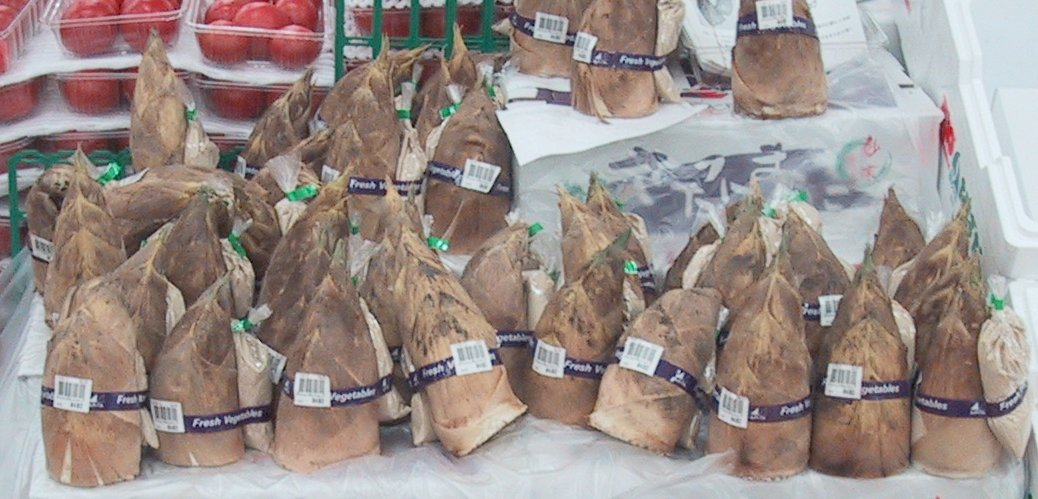
Bambussprossen (Groß)
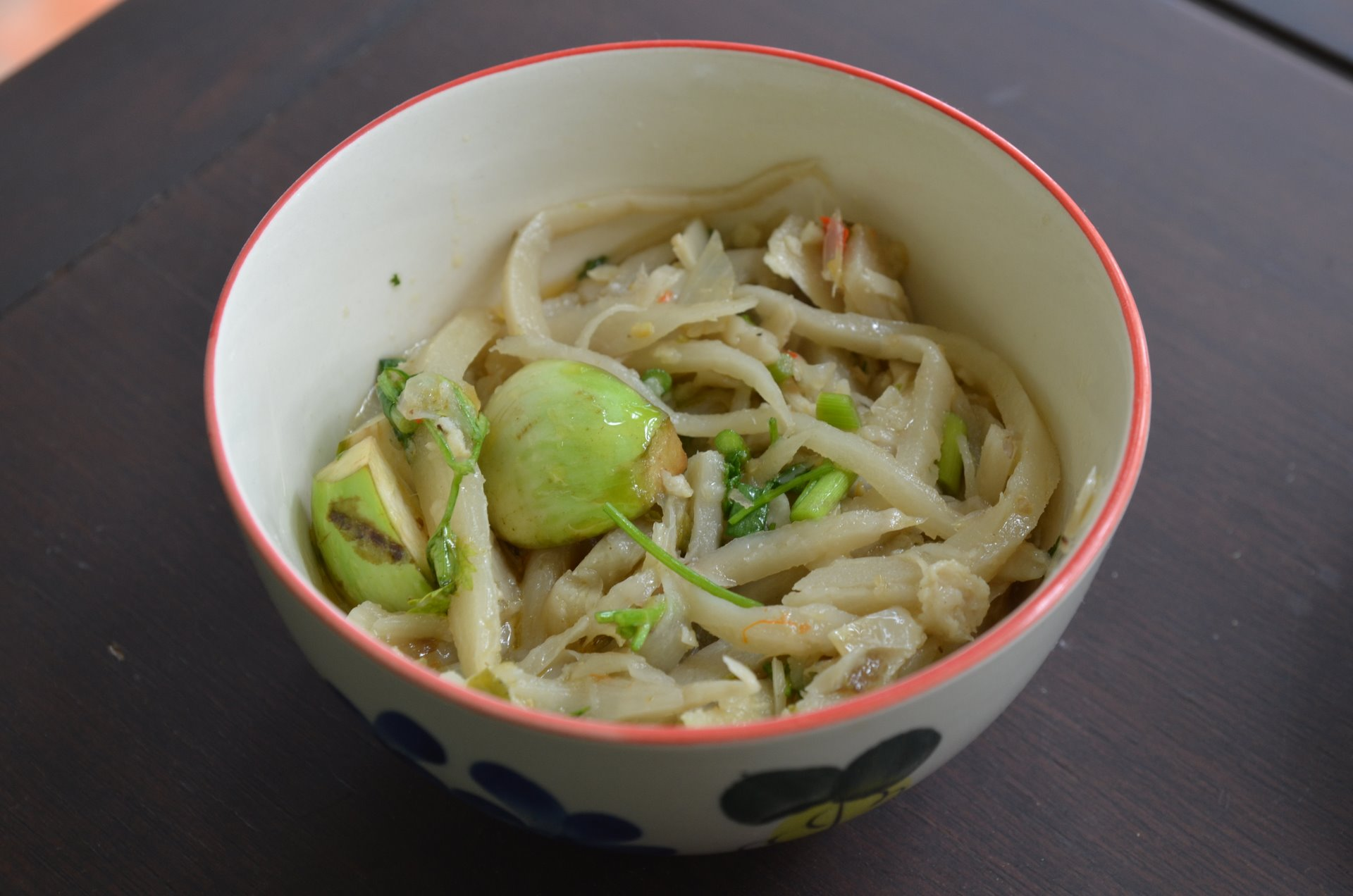
Bambussprossen (Klein)

## Kräuter und Gewürze

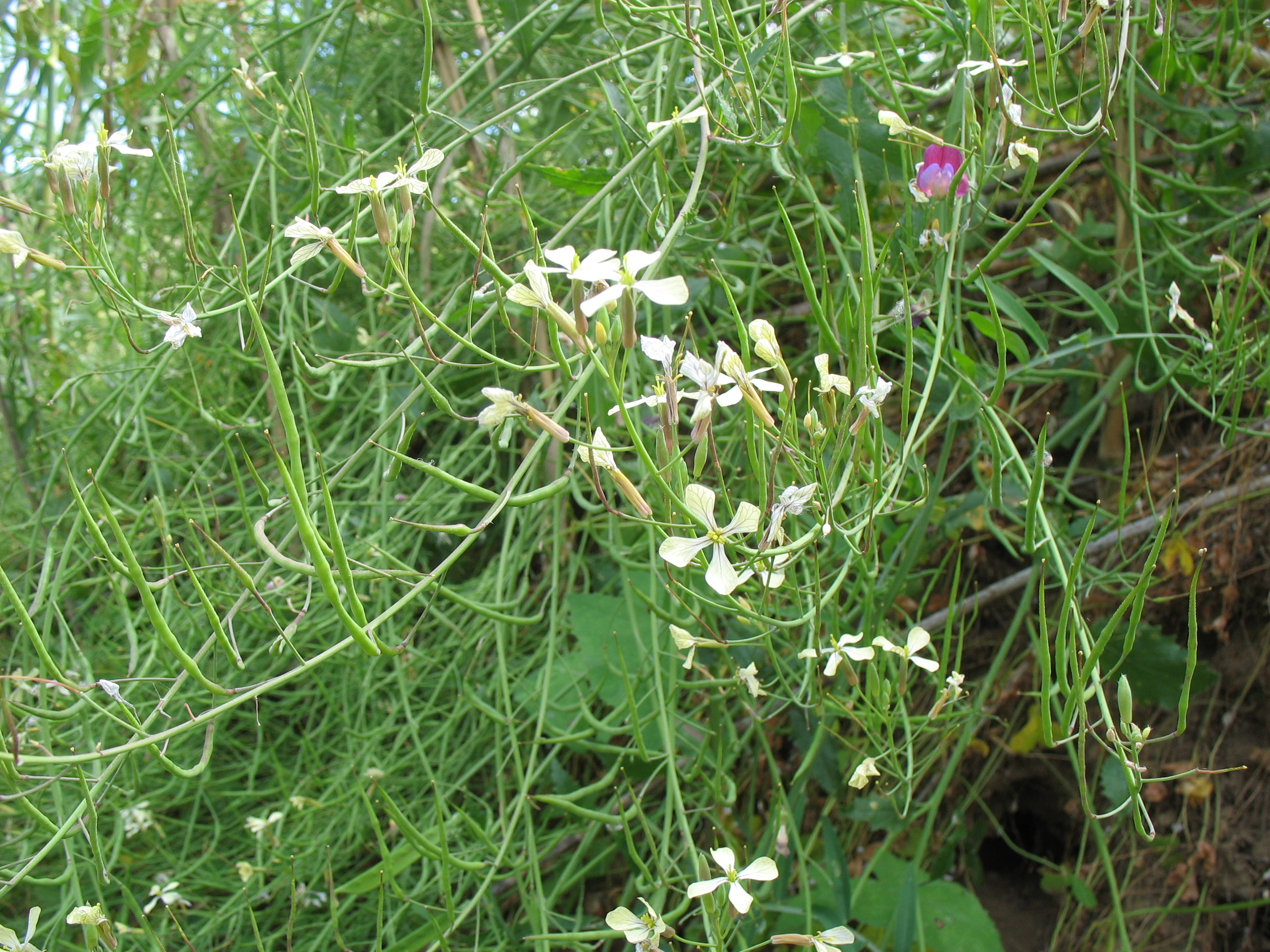
Acker-Rettich (junge Blätter und Samen)
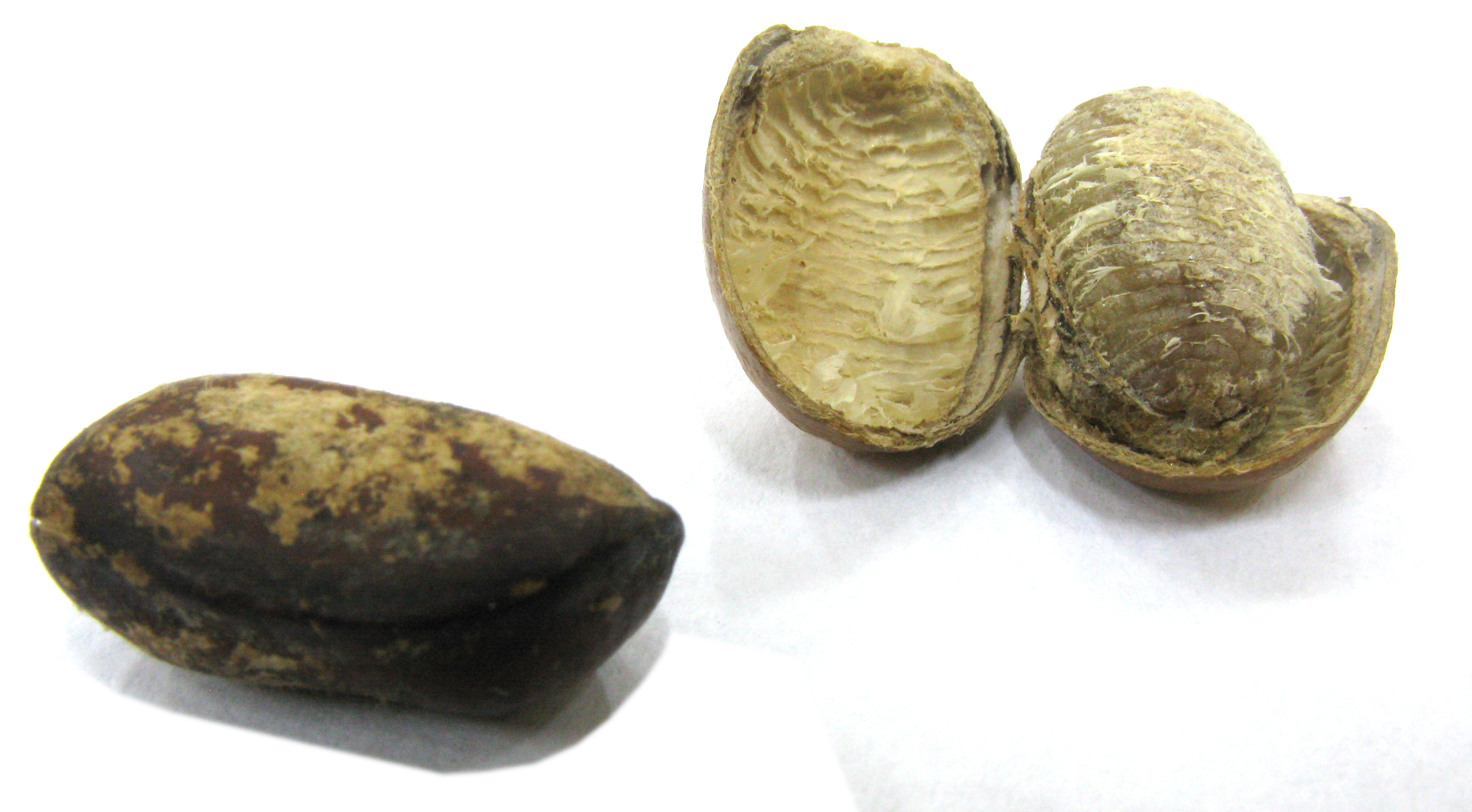
Afrikanisches Muskat (Monodora myristica, Monodora brevipes, Monodora tenuifolia)
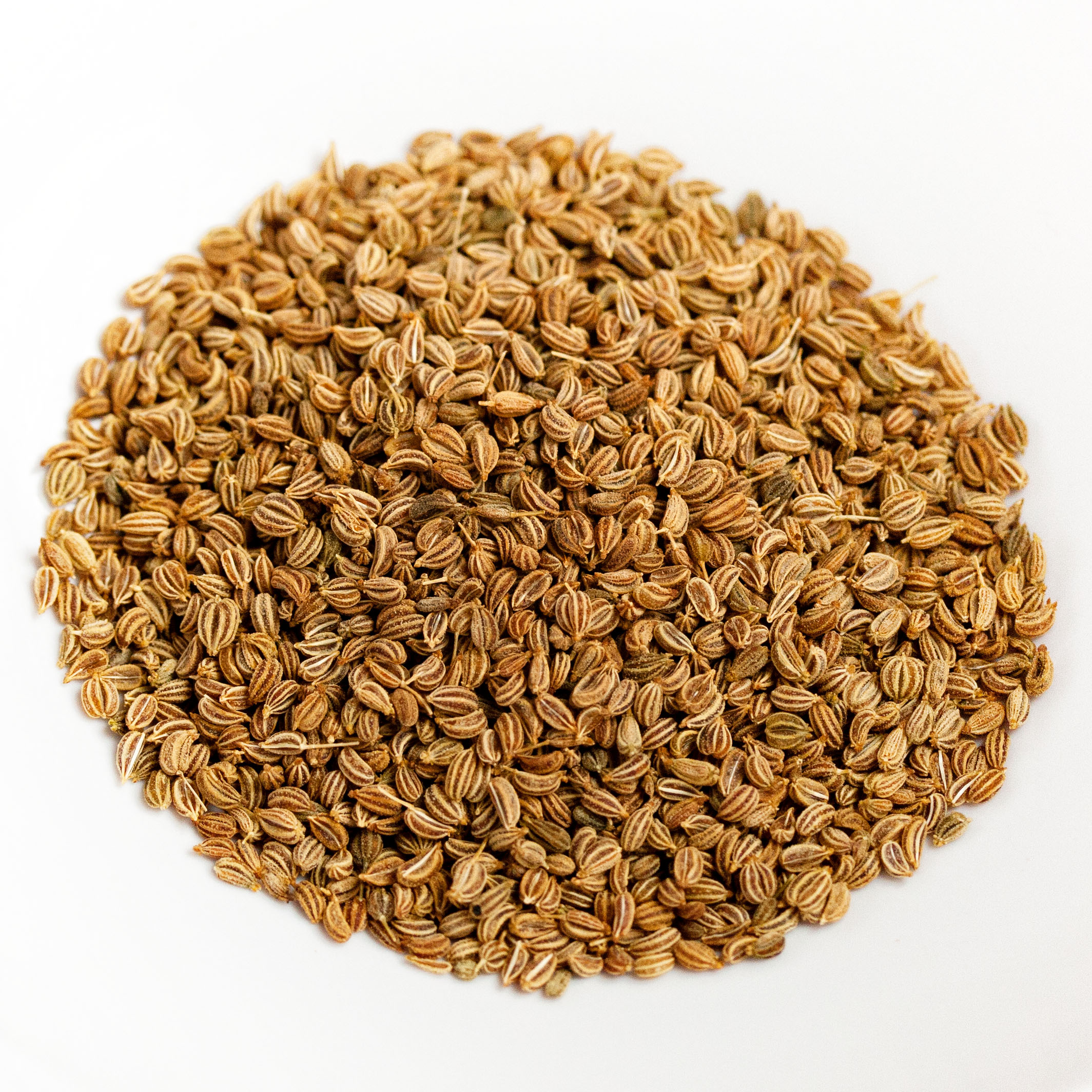
Ajowan (Ajwain, Königskümmel) (ähnlich ist Radhuni)
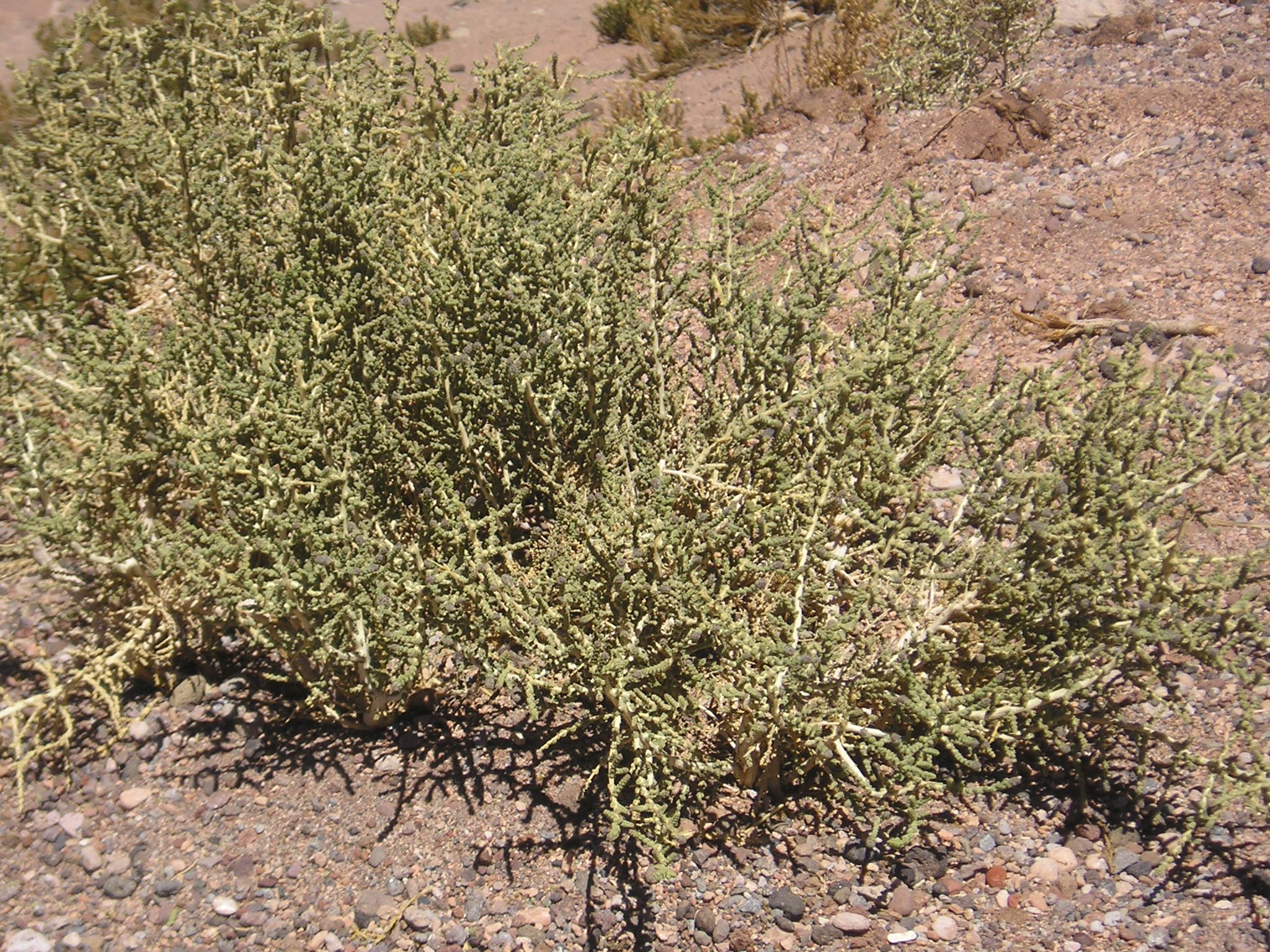
Aloysia deserticola (Rica Rica)
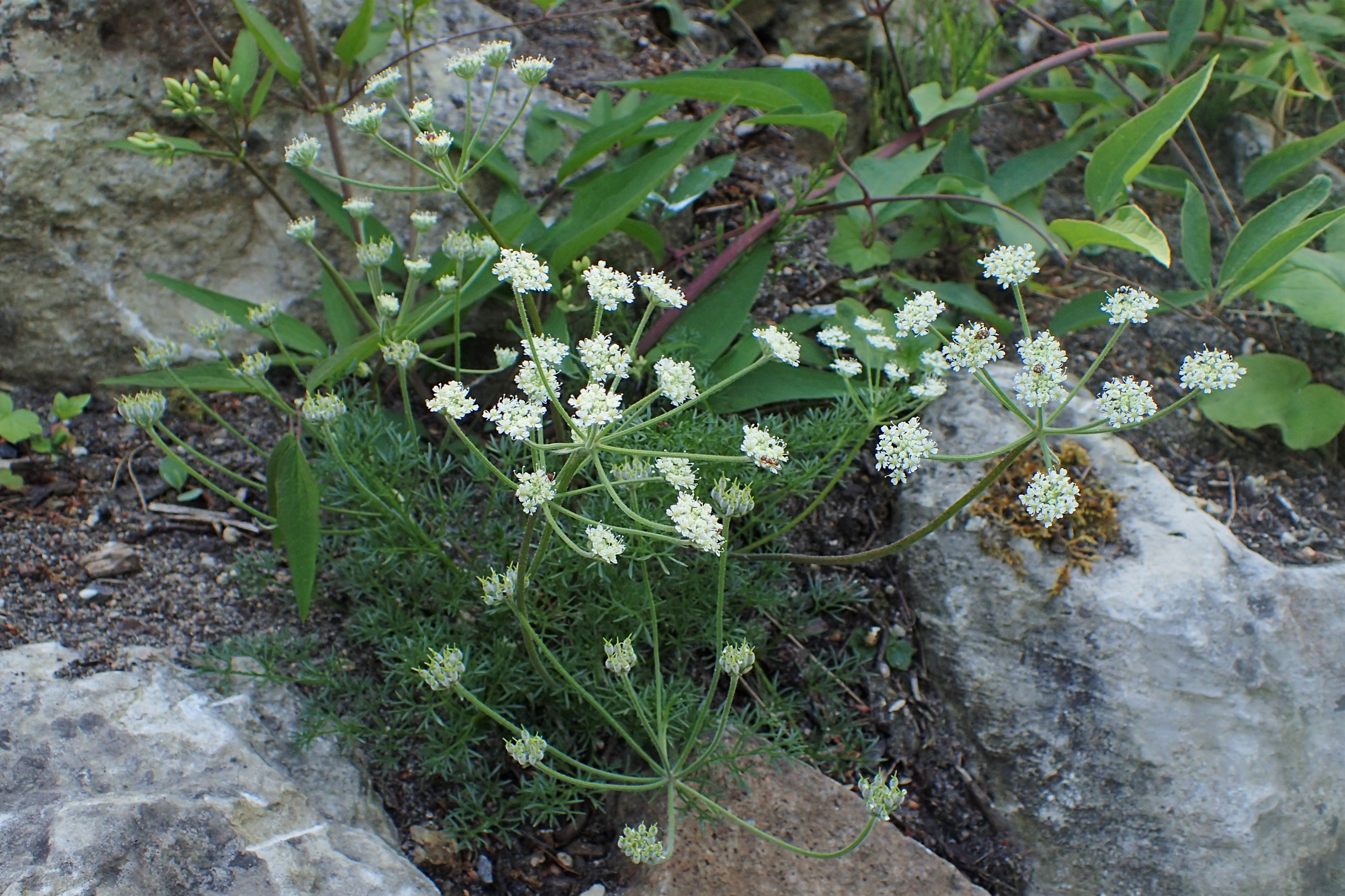
Alpen-Augenwurz (Blätter und Samen; Stängel als Gemüse)
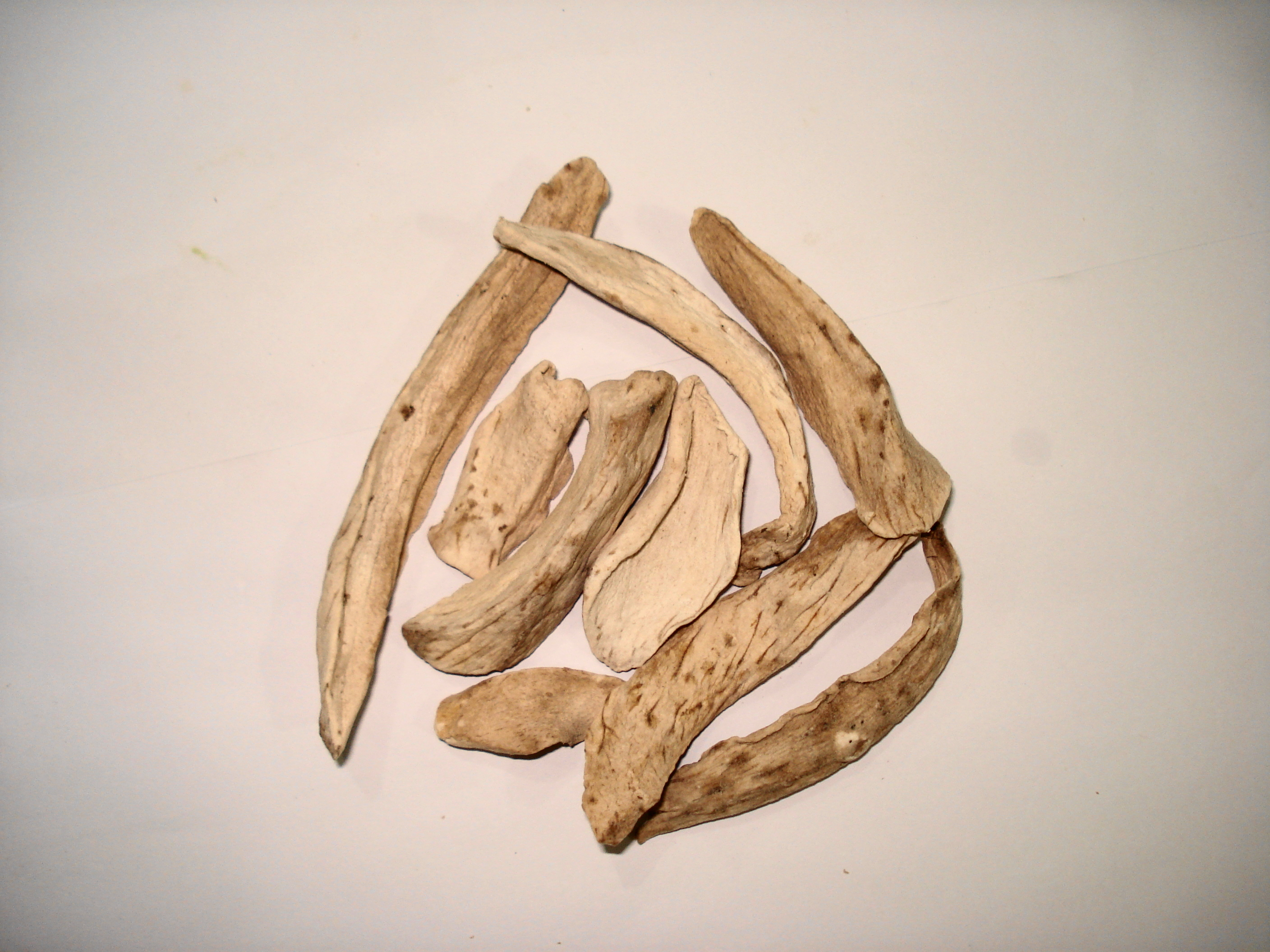
Amchoor, Aamchurm, Amchur (getrocknete, unreife Mangos)
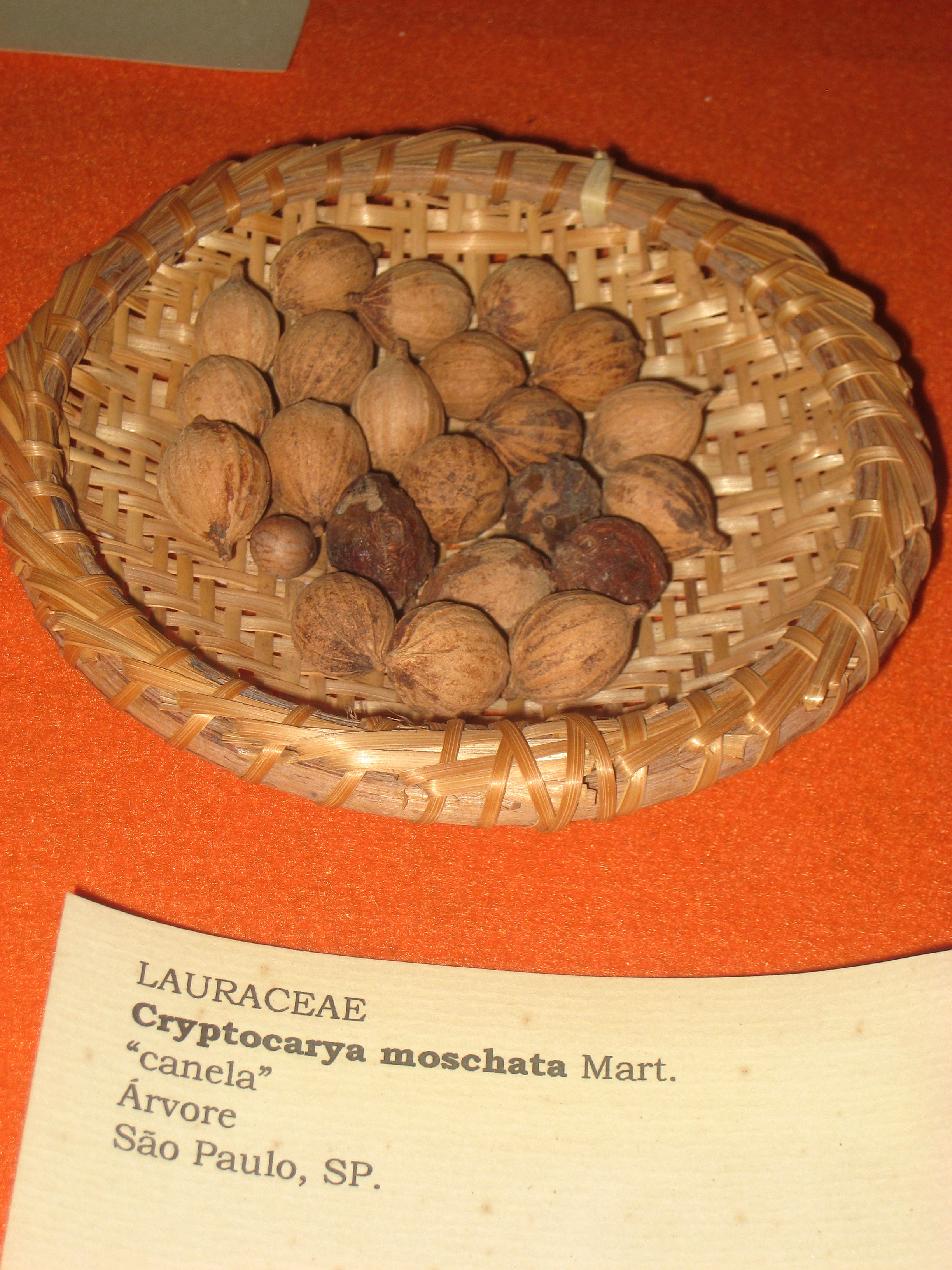
Amerikanische oder Brasilianische Muskatnuss (Cryptocarya moschata, Cryptocarya mandioccana)
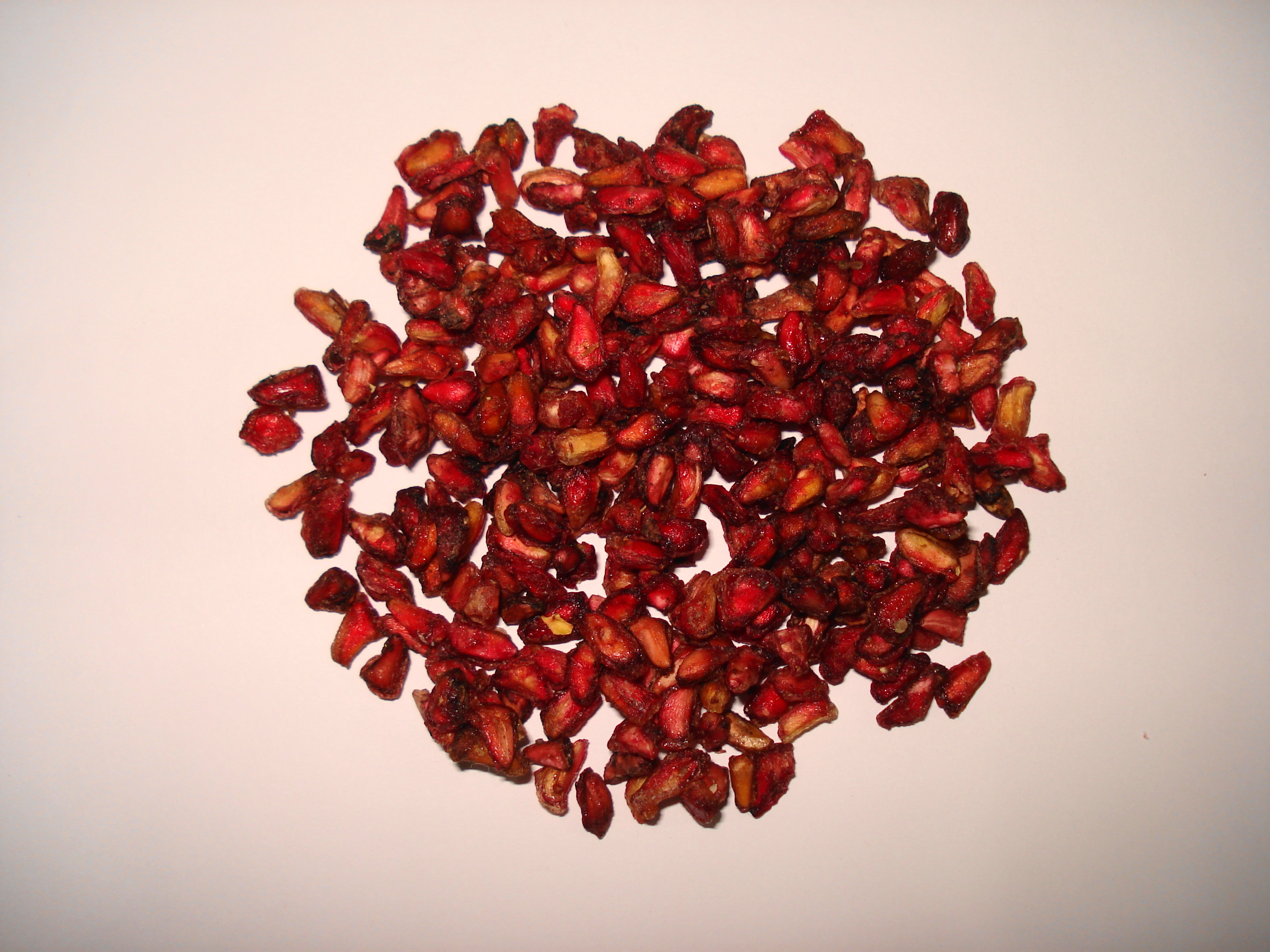
Anardana (Granatapfelkerne)
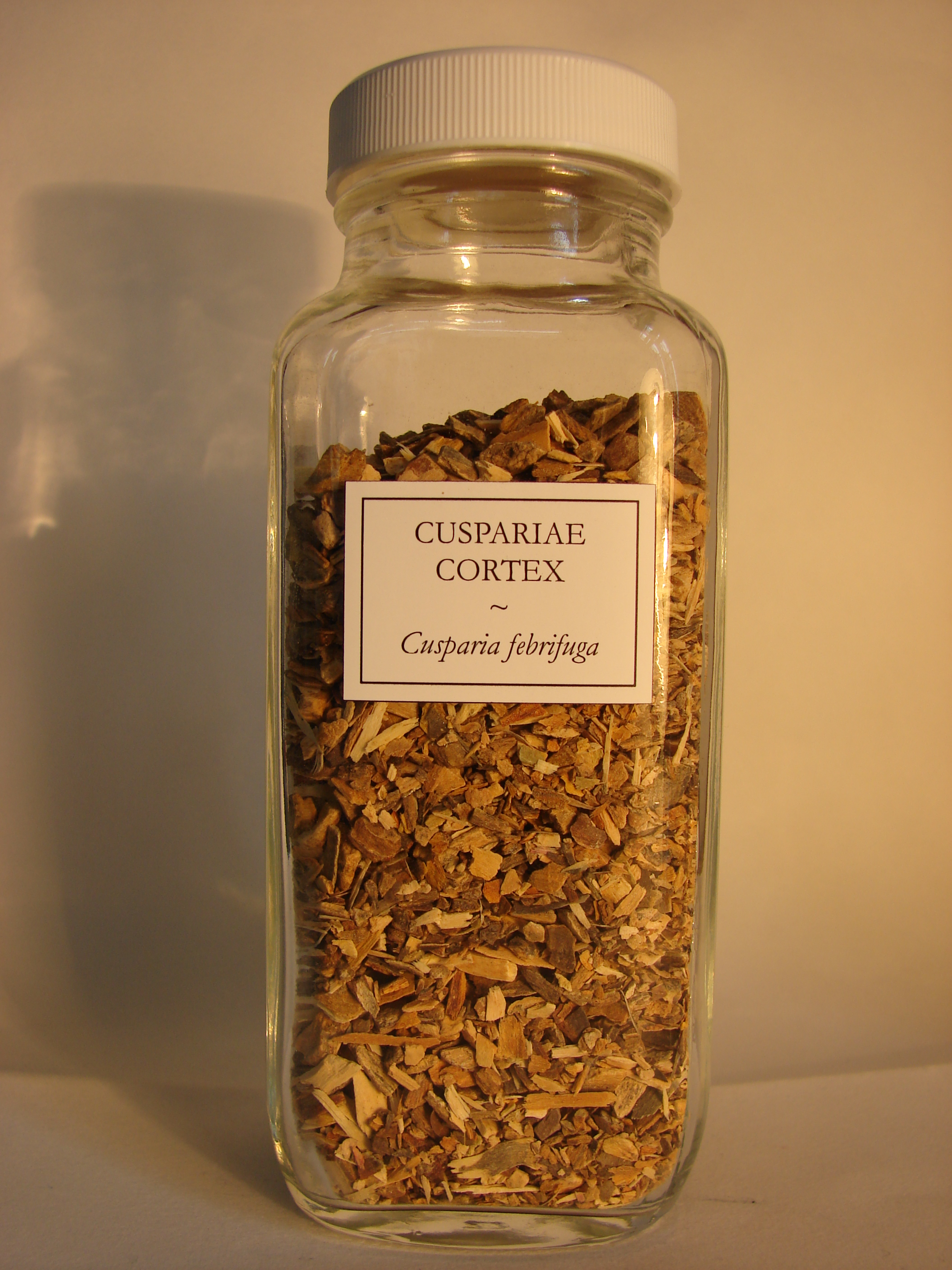
Angostura trifoliata (Rindenpulver)
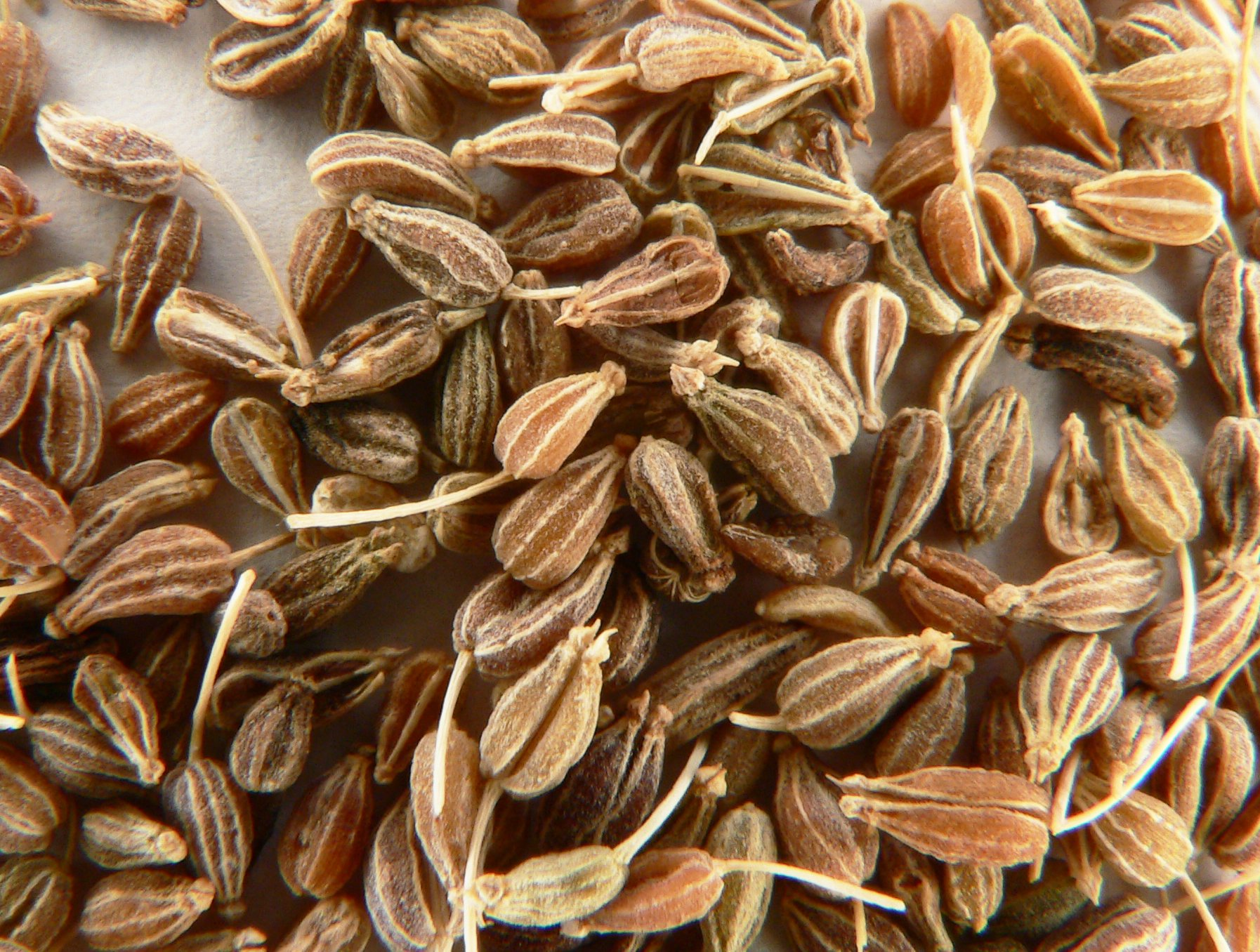
Anis
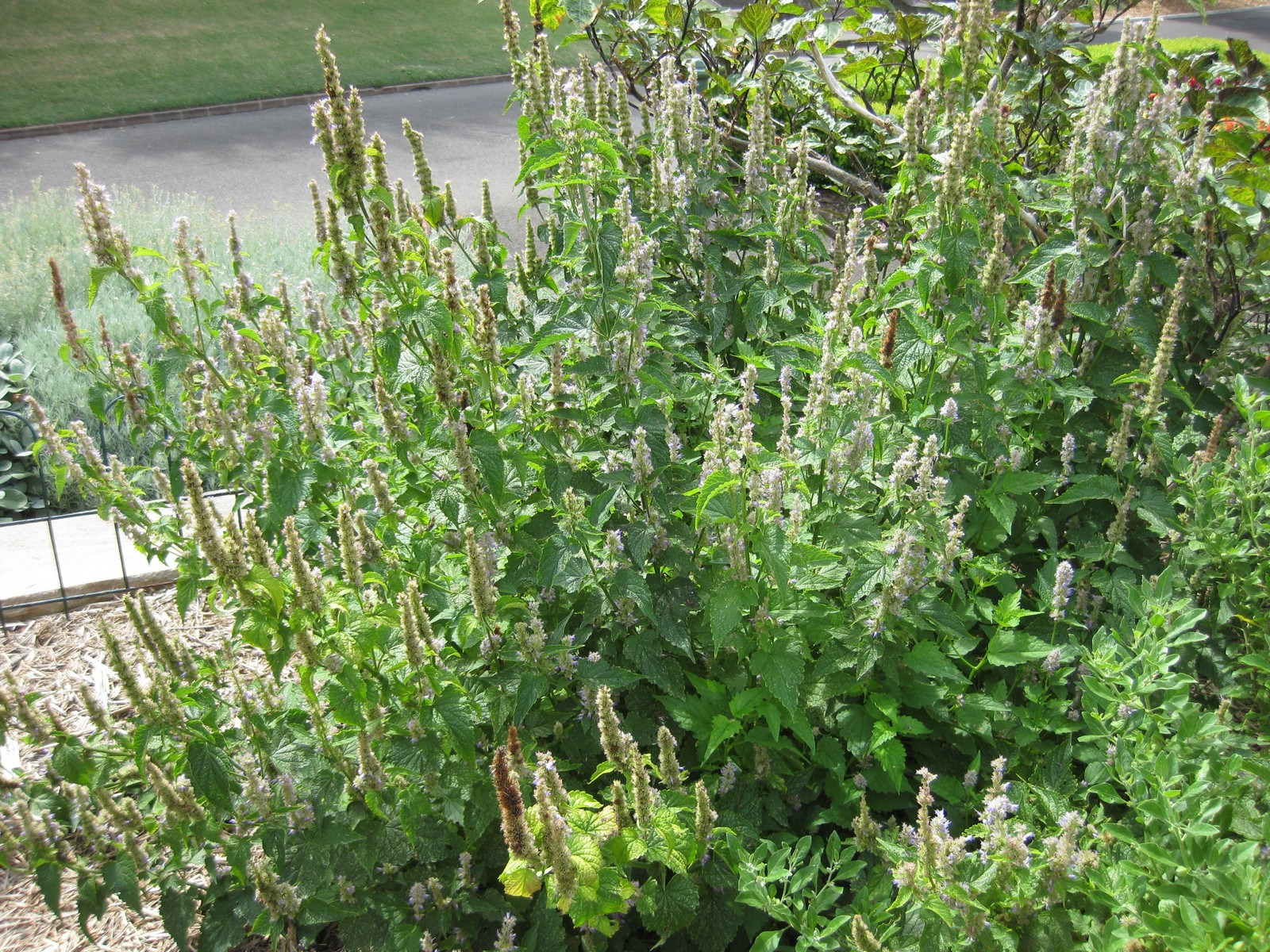
Anis-Duftnessel (auch Mexikanischer Riesenysop)
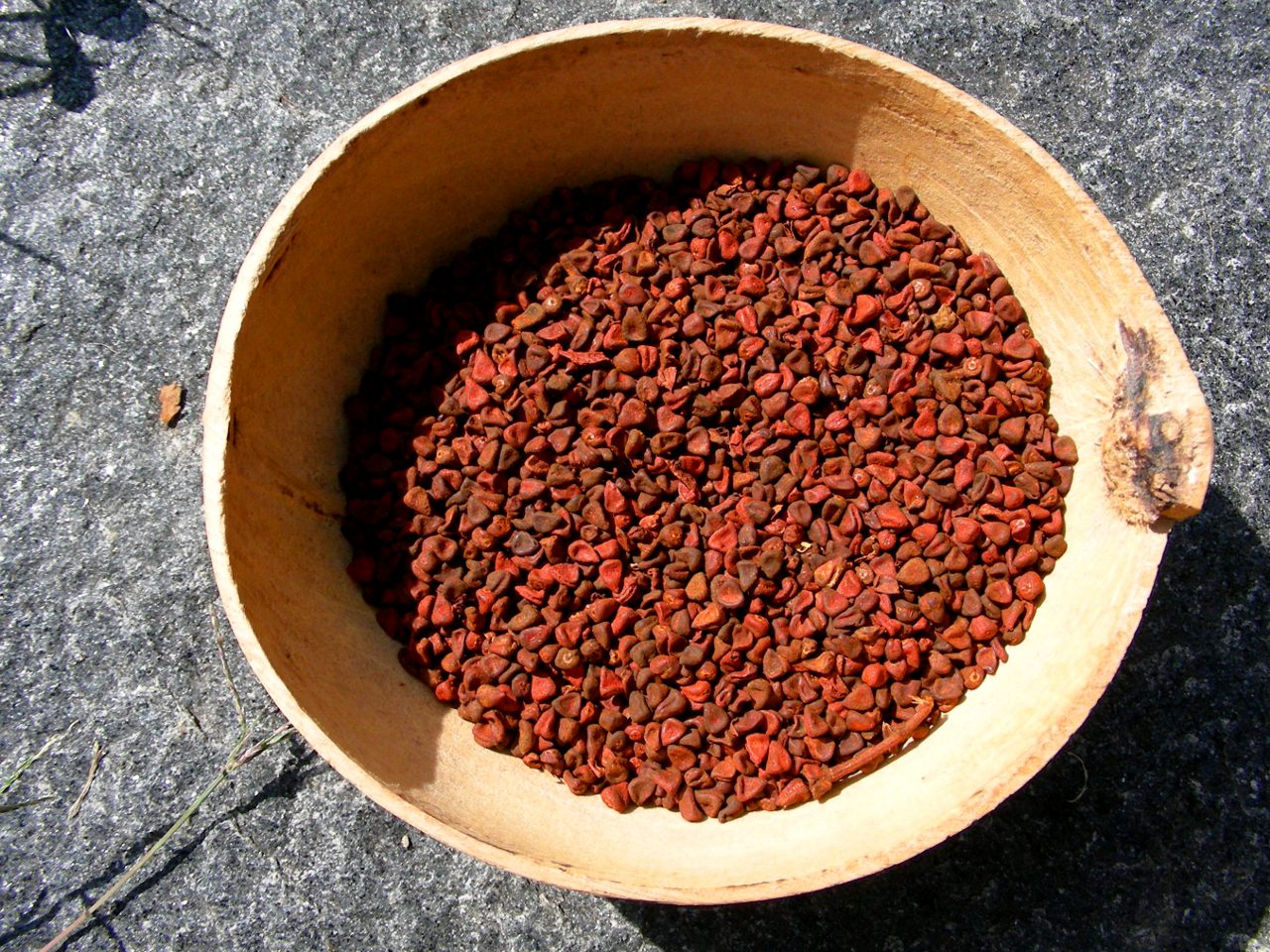
Annatto
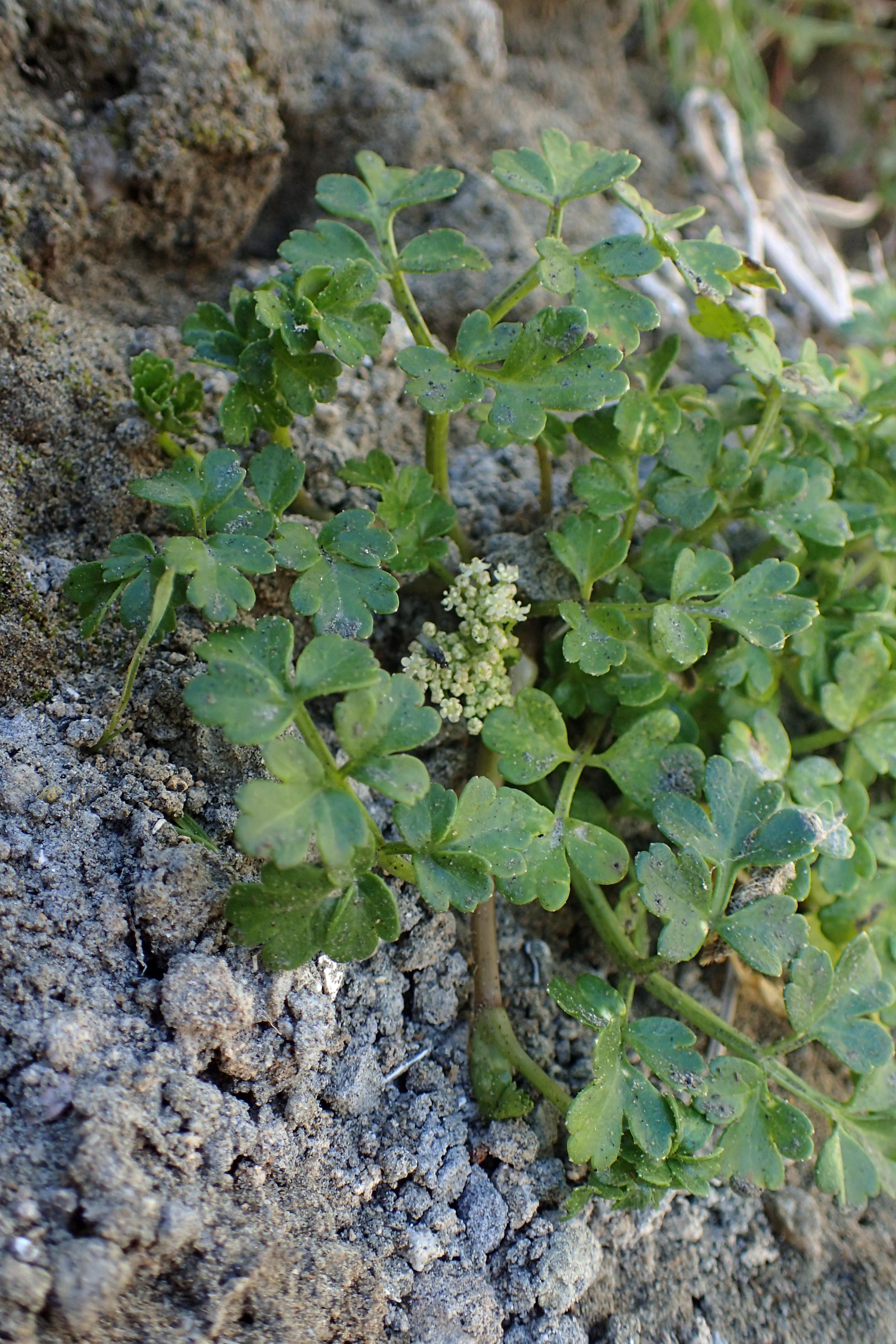
Apium prostratum
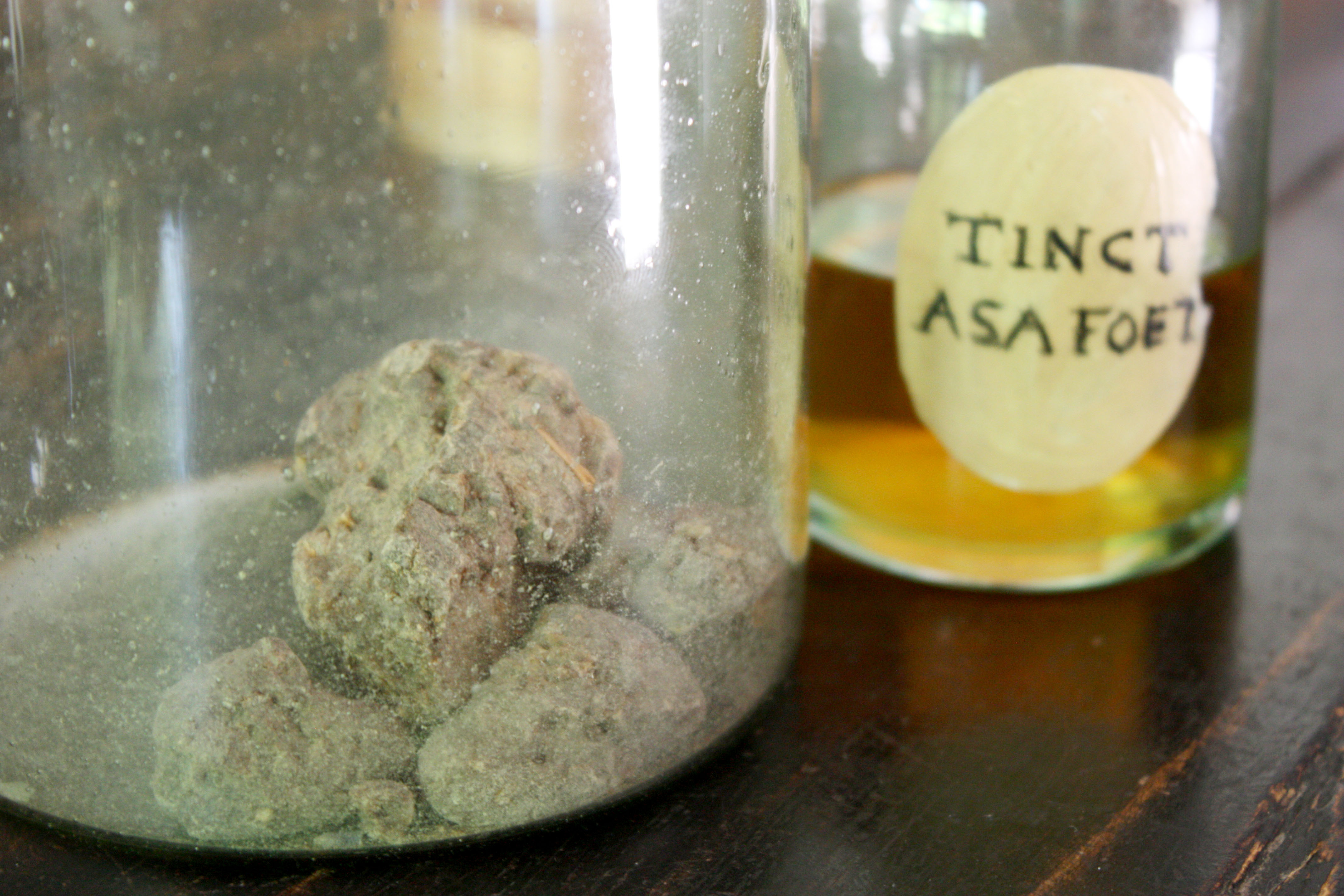
Asant (Asa foetida) (ähnlich ist Ferula foetida (Bunge) Regel, Ferula narthex, Ferula persica, Ferula alliaceae)
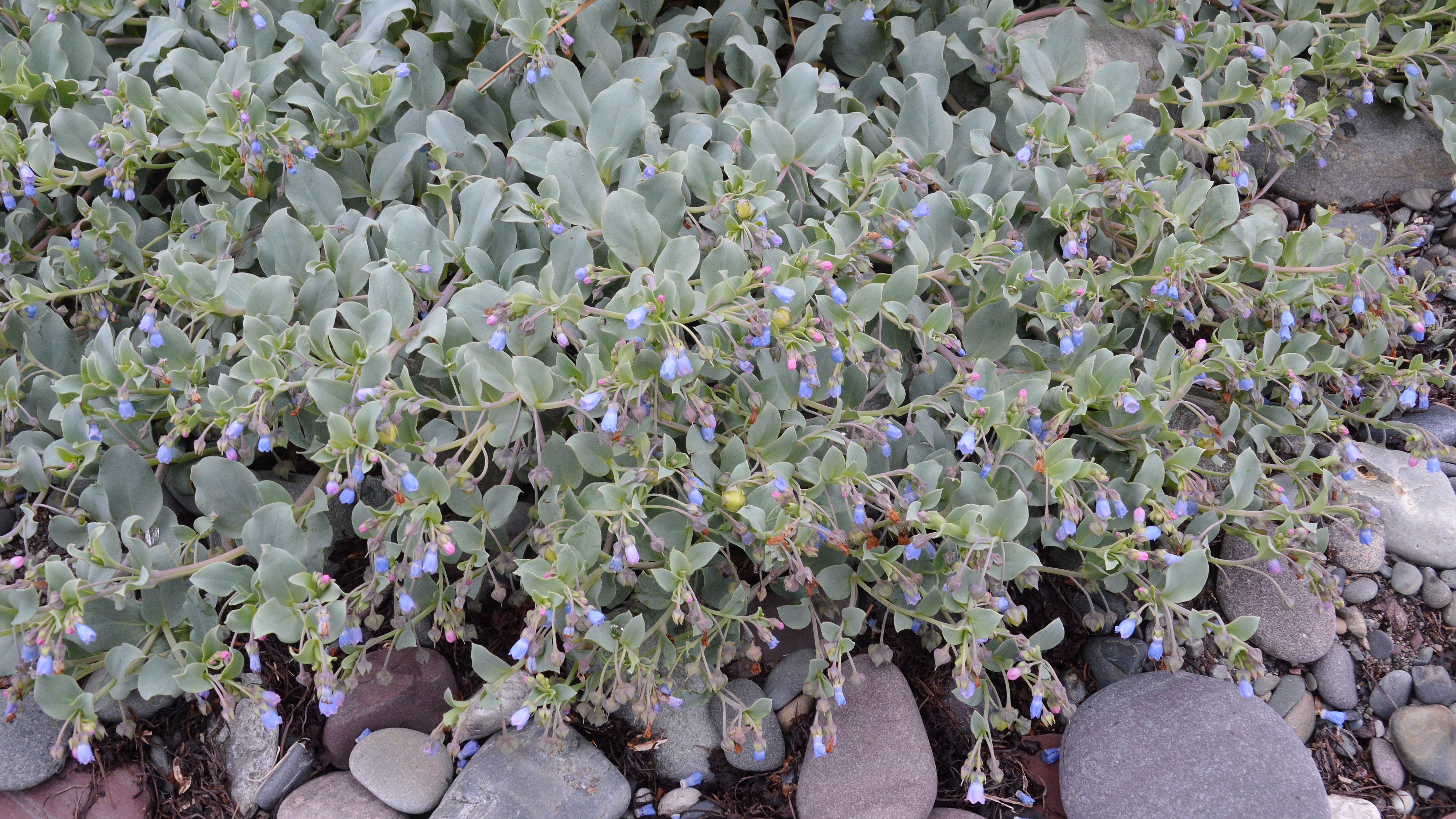
Austernpflanze
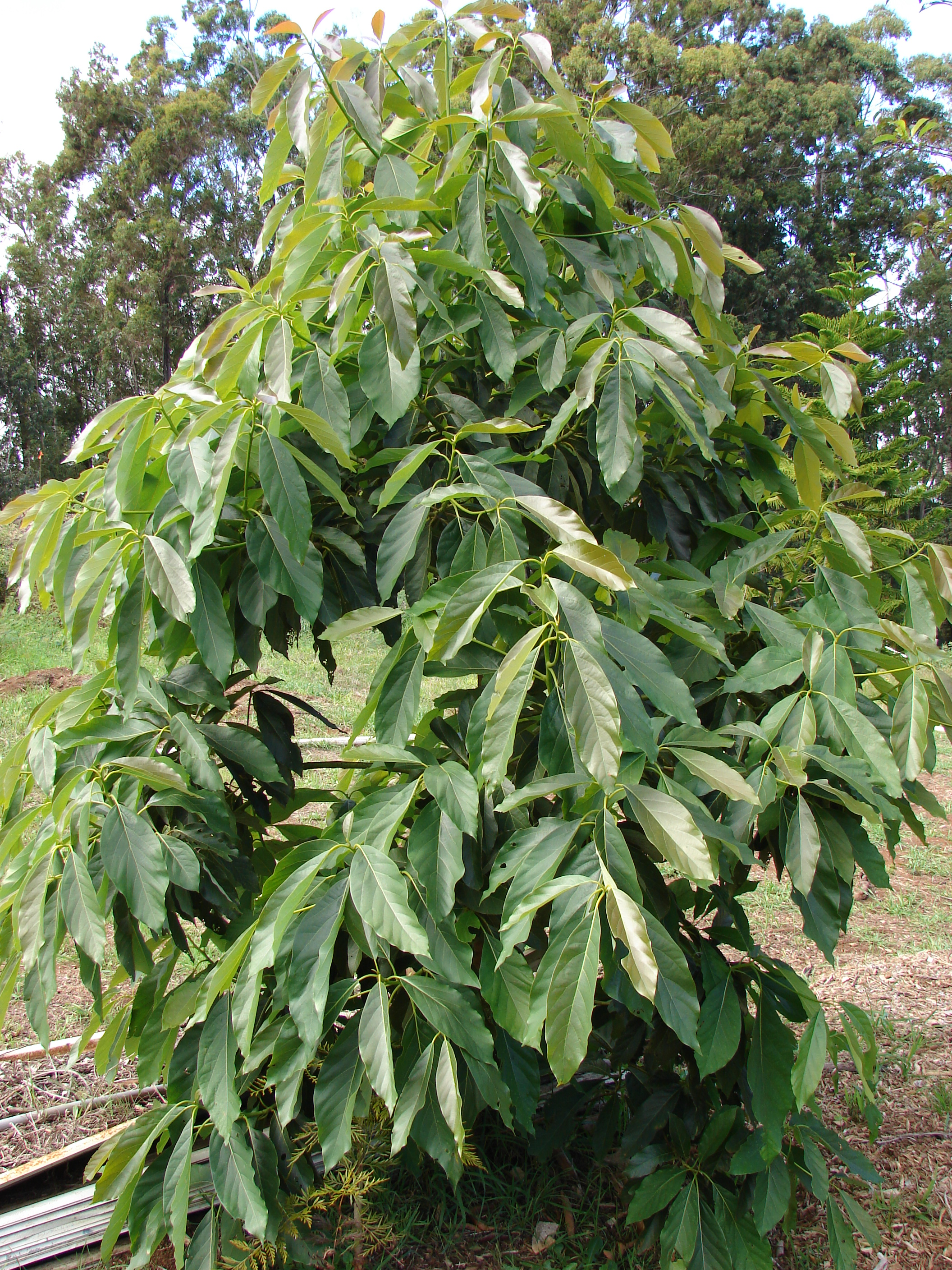
Avocadoblätter (getrocknet oder frisch)
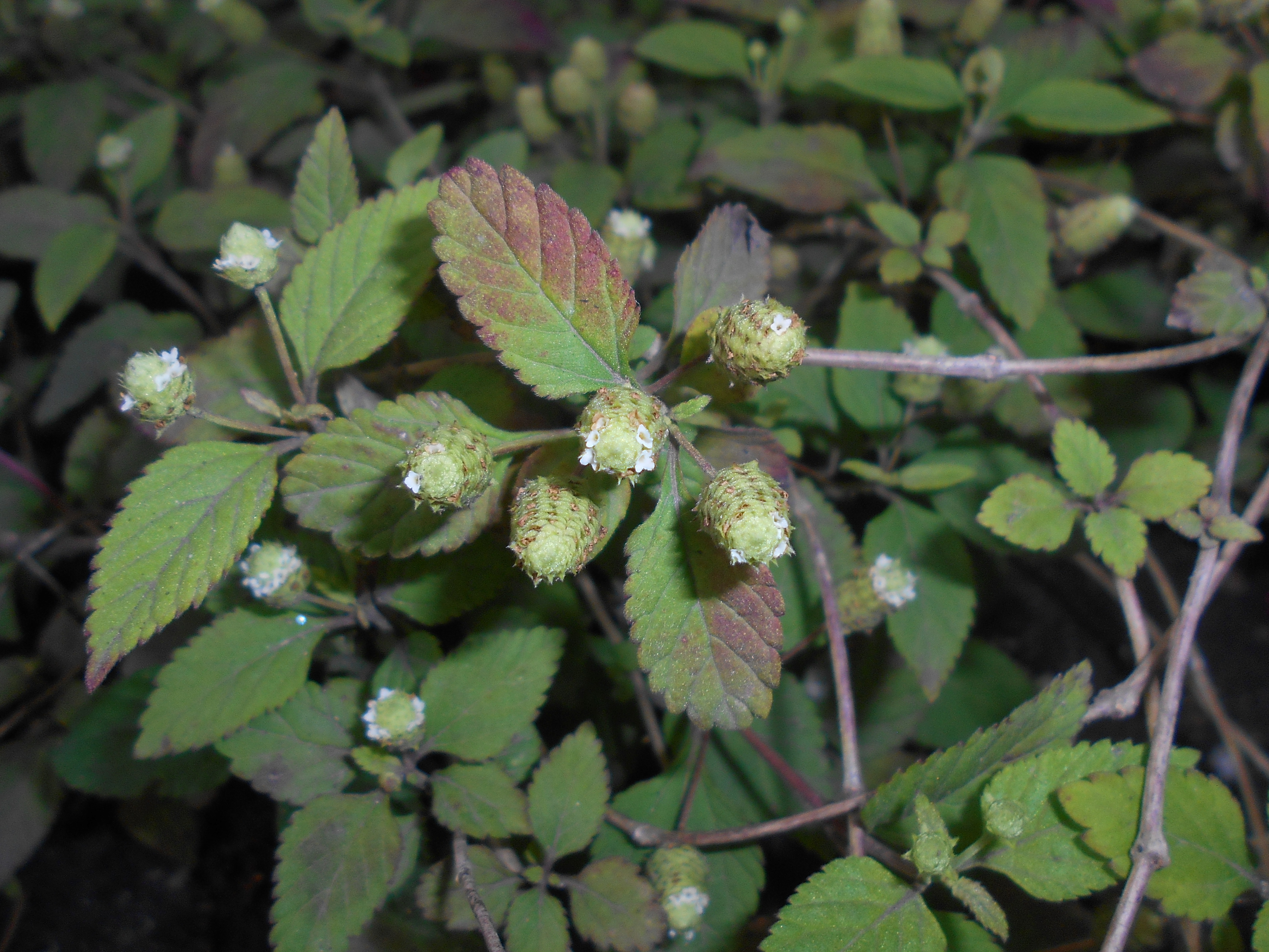
Aztekisches Süßkraut
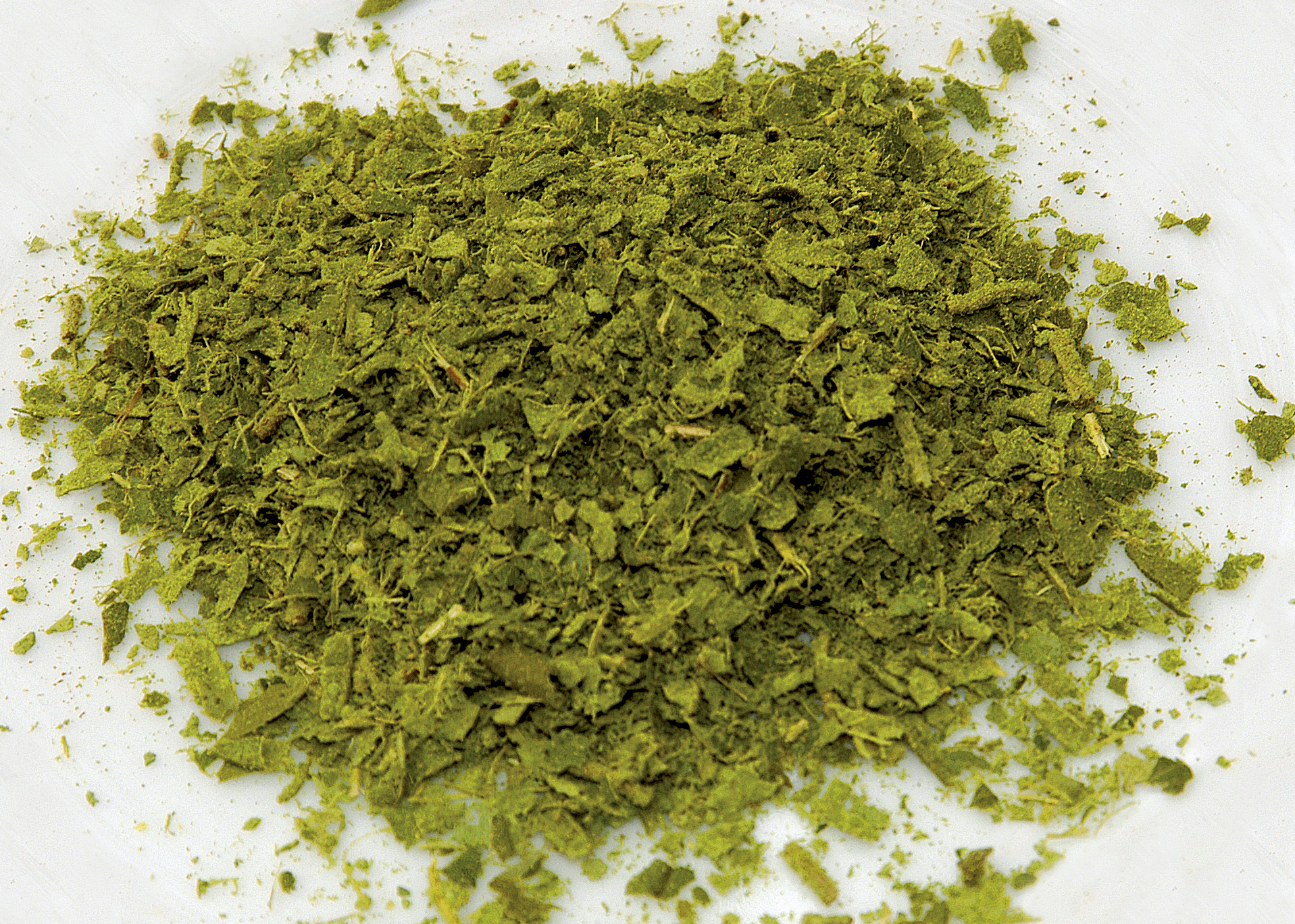
Backhousia citriodora
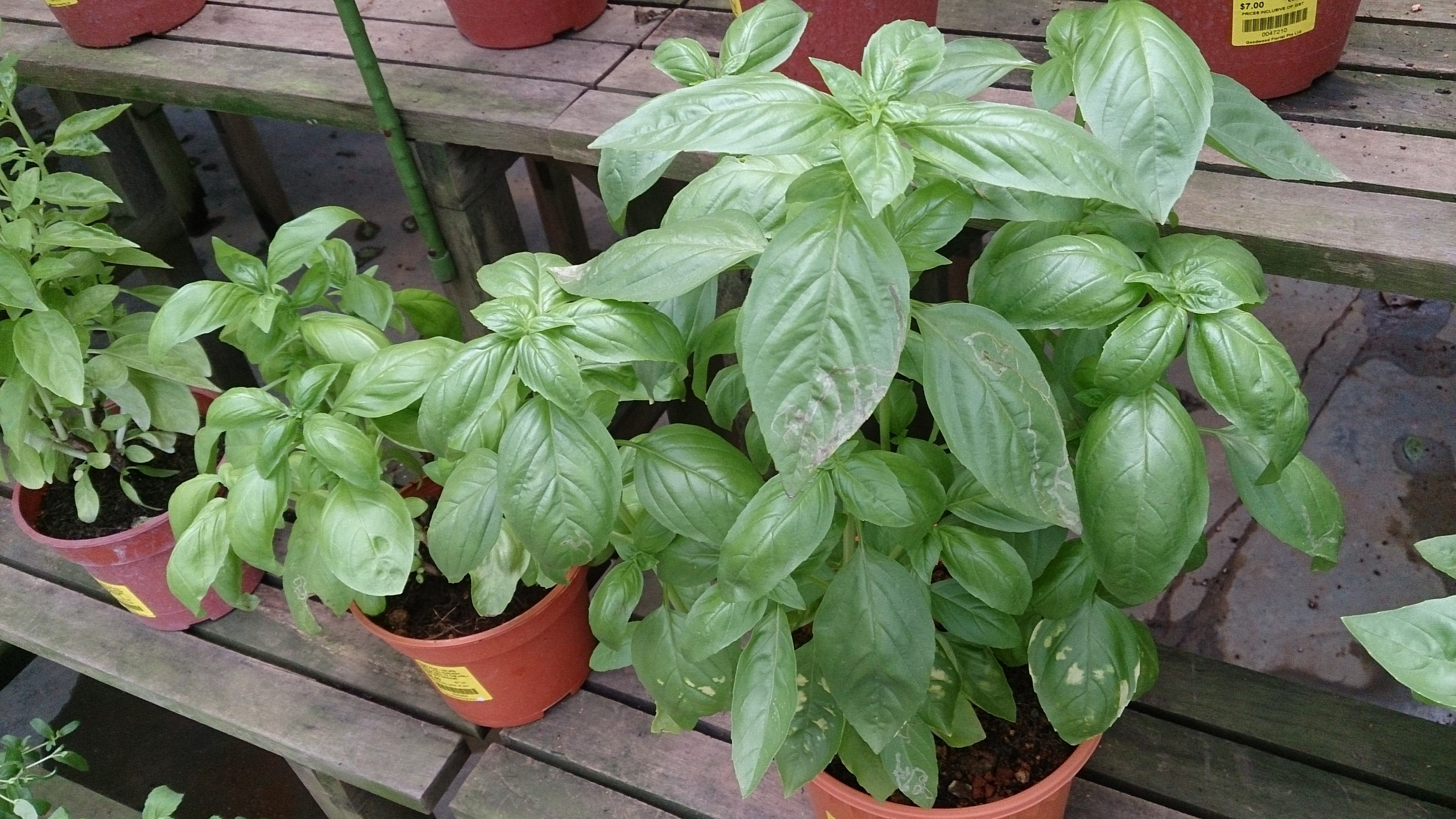
Basilikum
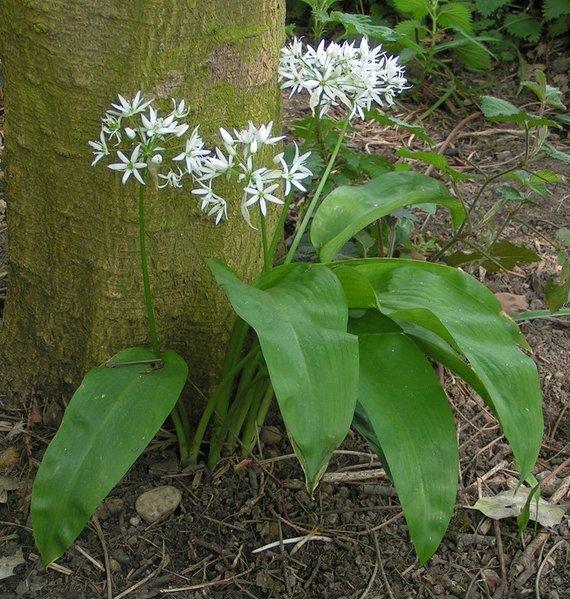
Bärlauch
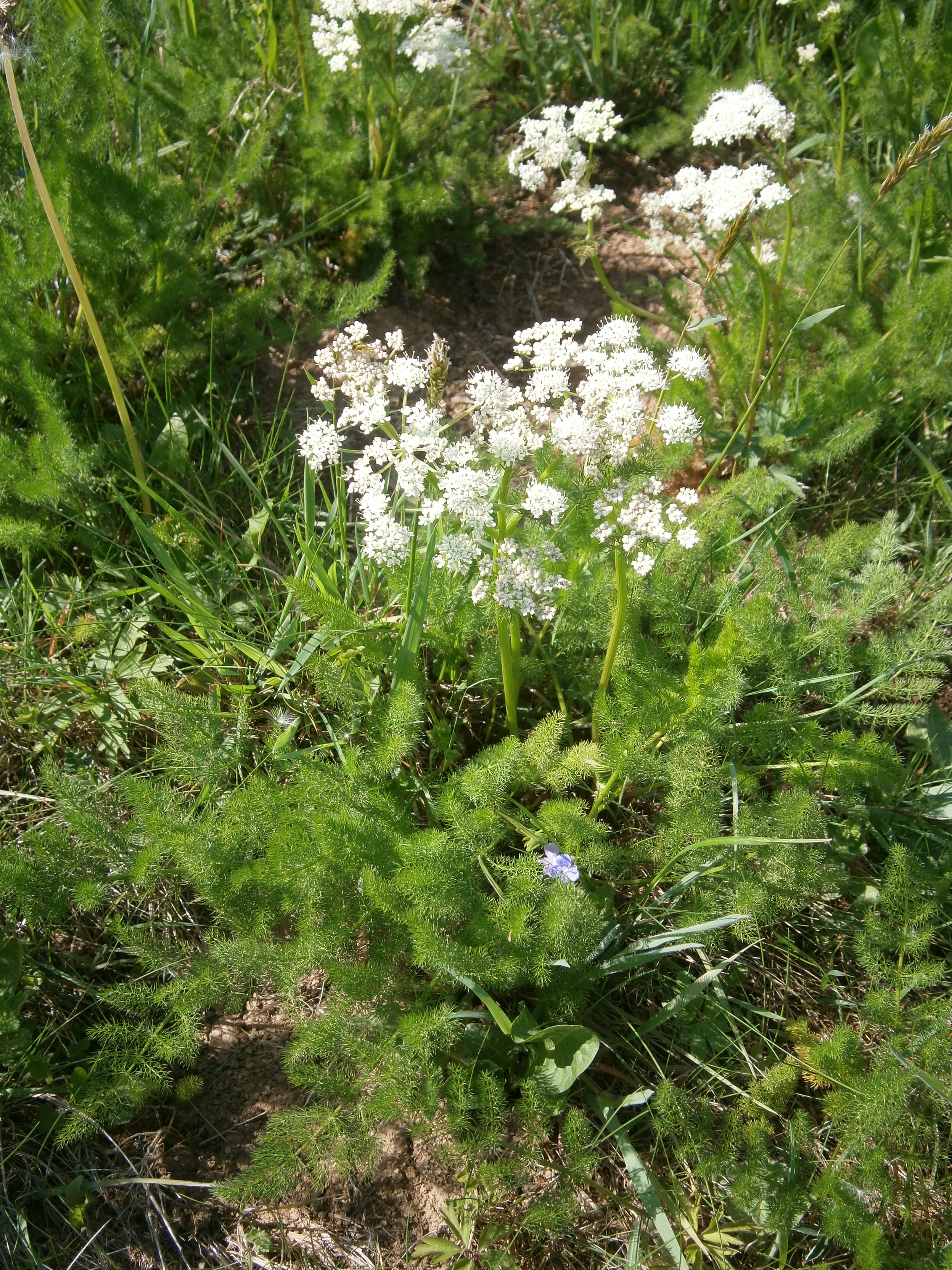
Bärwurz
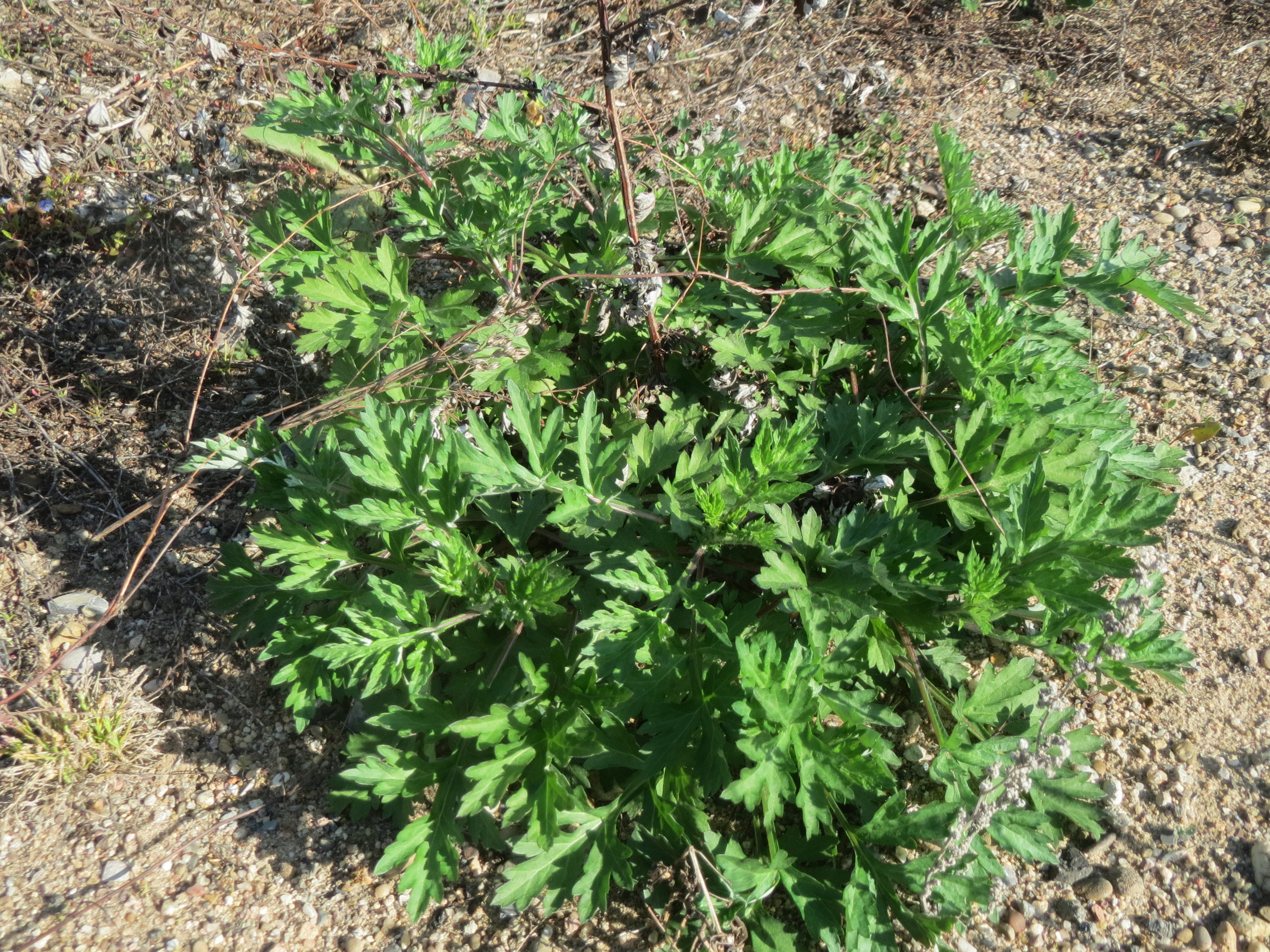
Beifuß (ähnlich ist Strand-Beifuß)
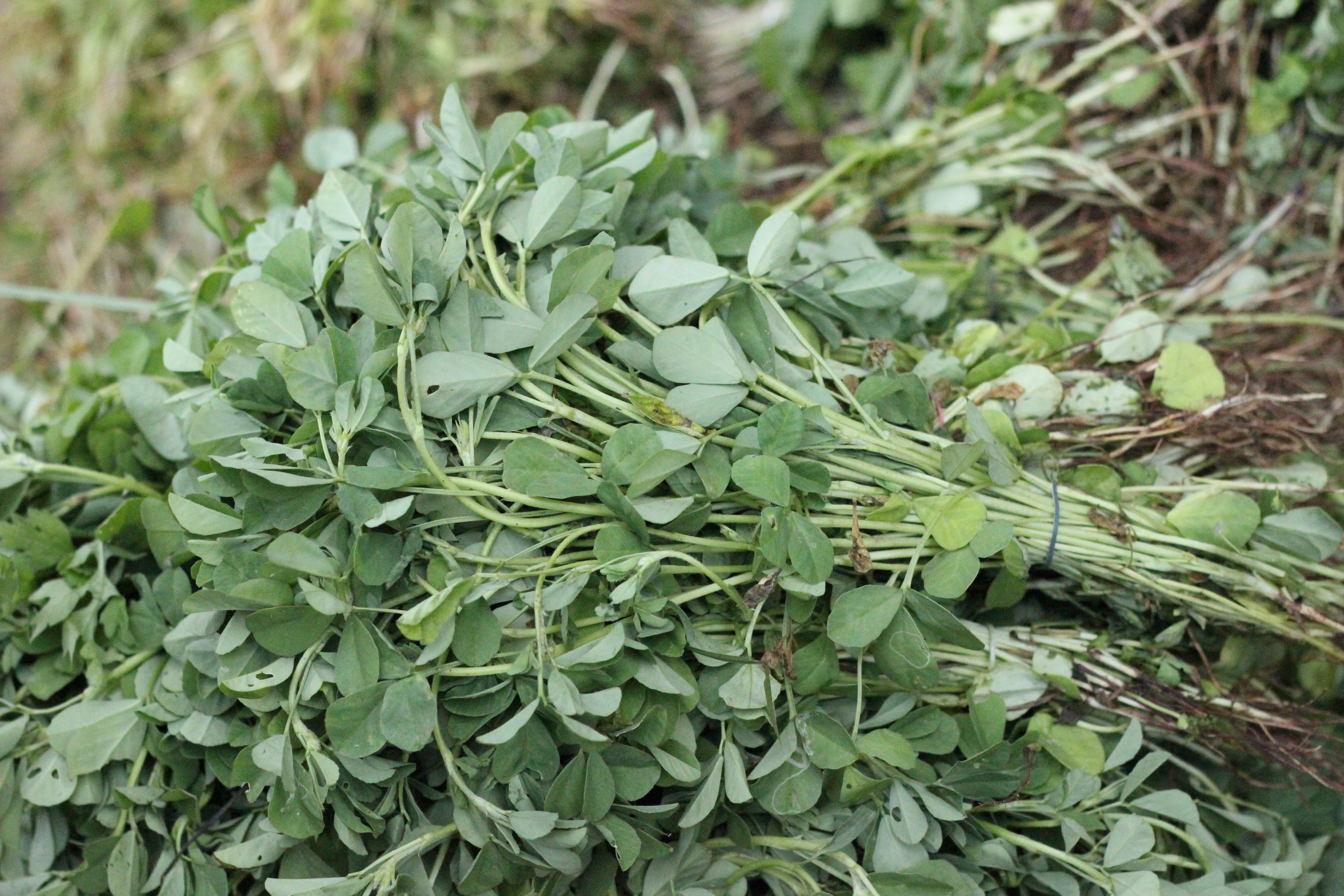
Bockshornklee (ähnlich ist der Balansas Bockshornklee; „Kasuri“ Methi)
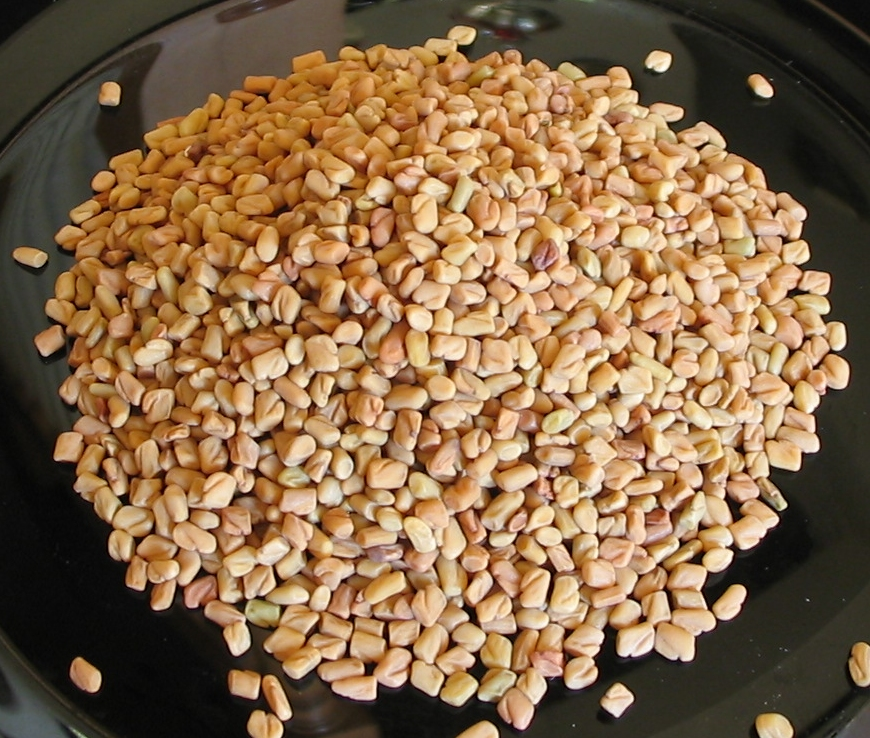
Samen vom Bockshornklee
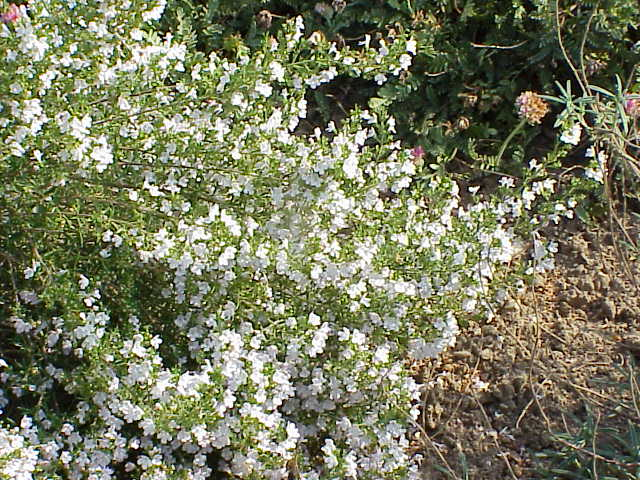
Bohnenkraut (Sommer-Bohnenkraut Satureja hortensis und das Winter-Bohnenkraut Satureja montana)
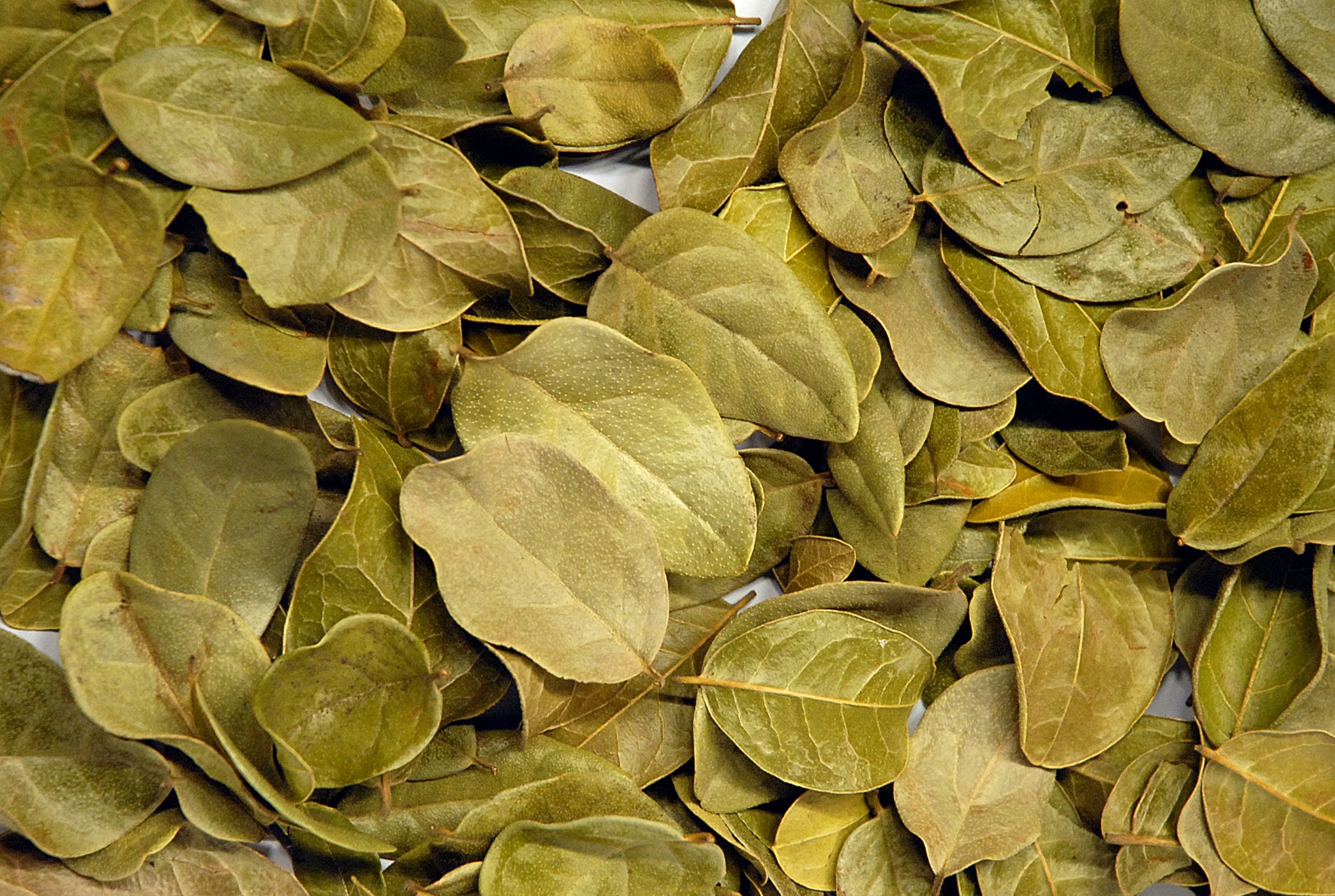
Boldoblätter
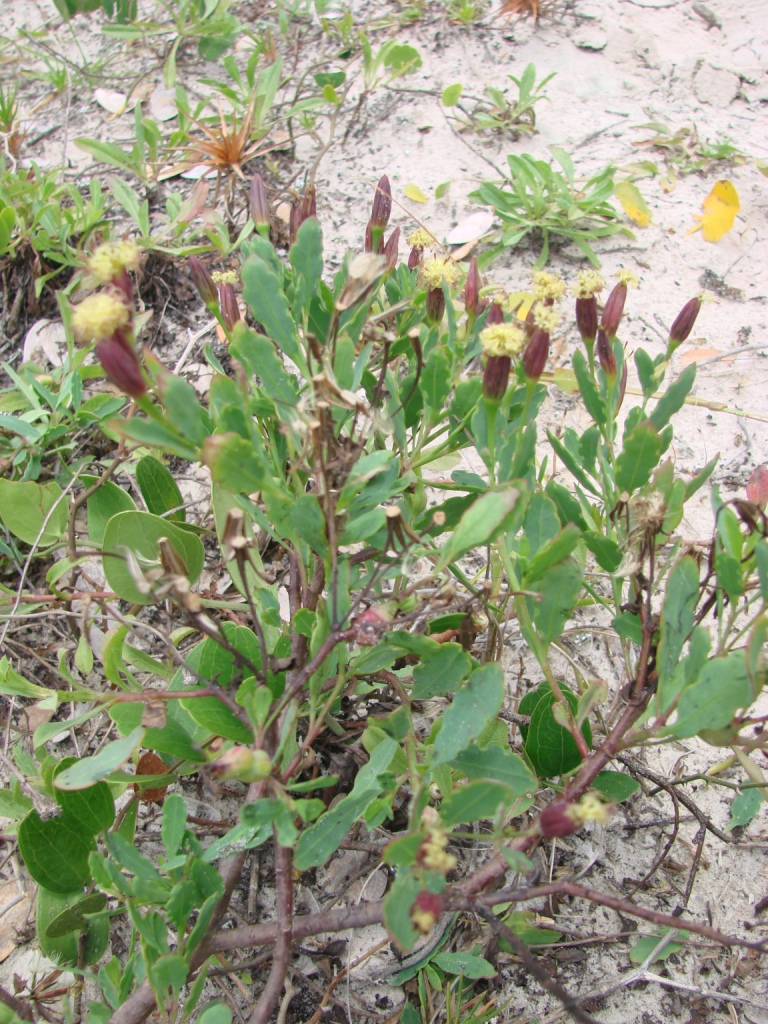
Bolivianischer Koriander
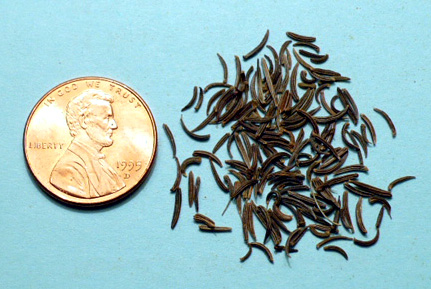
Bunium persicum (Kala Jeera, Schwarzkümmel)
Chili (Capsicum spp.) (Capsicum pubescens, Capsicum baccatum, Capsicum frutescens, Capsicum chinense, Capsicum cardenasii u. a.) oder Jalapeño bzw. Spanischer Pfeffer auch Gorria (Piment d’Espelette) sowie „Pasilla de Oaxaca“ und Tepin sowie „Aji Charapita“ (gelbe Chili) (siehe auch Paprika)
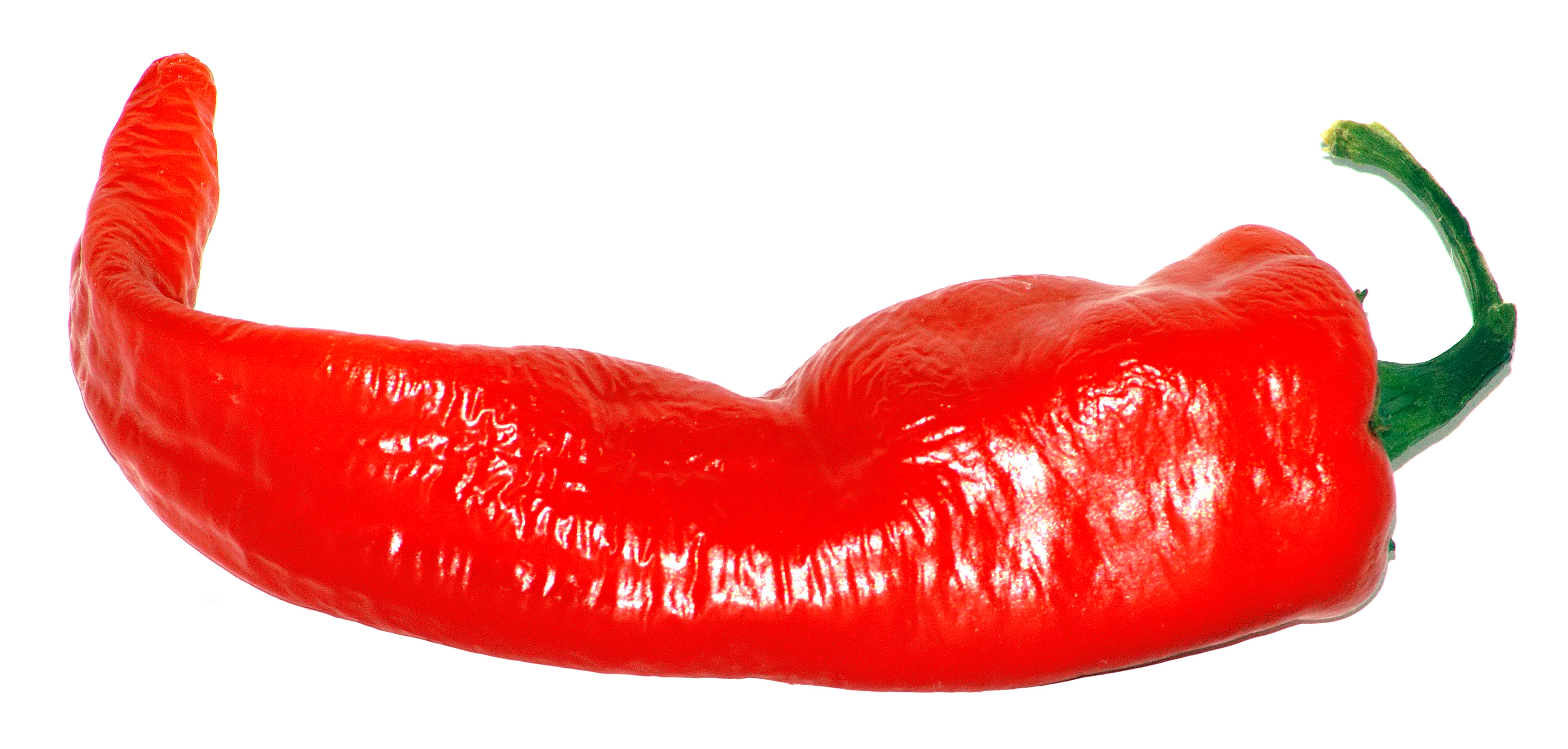
Cayennepfeffer
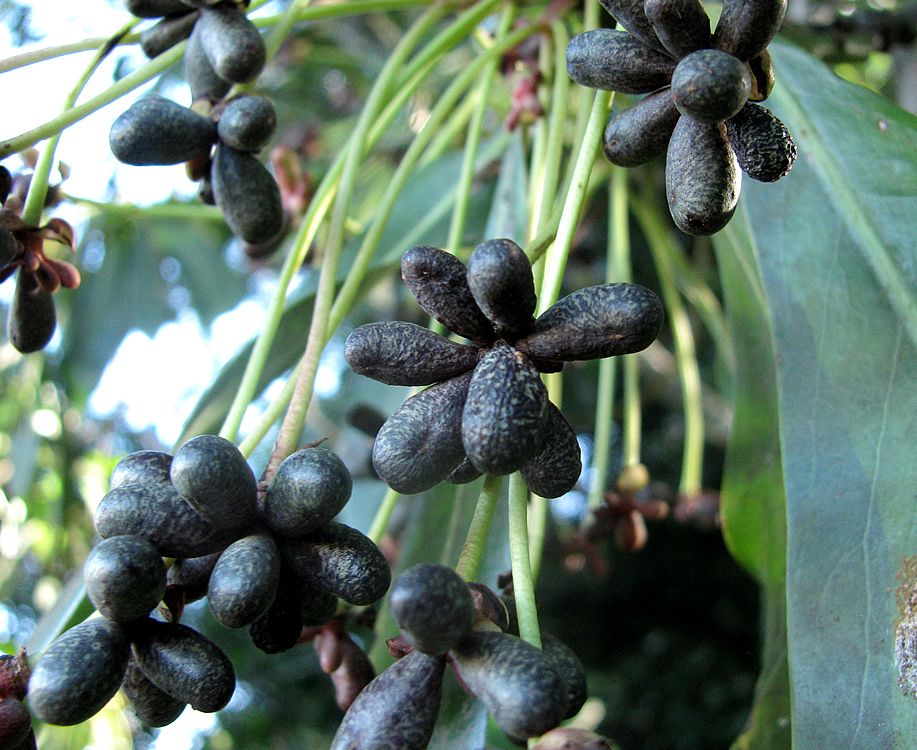
Chiloé, Chilota, Canelo (Pimeta de(l) Canelo, Chiloé, Chilota, Austral oder Patagónica) (Winterrinde) (Rinde und Früchte)
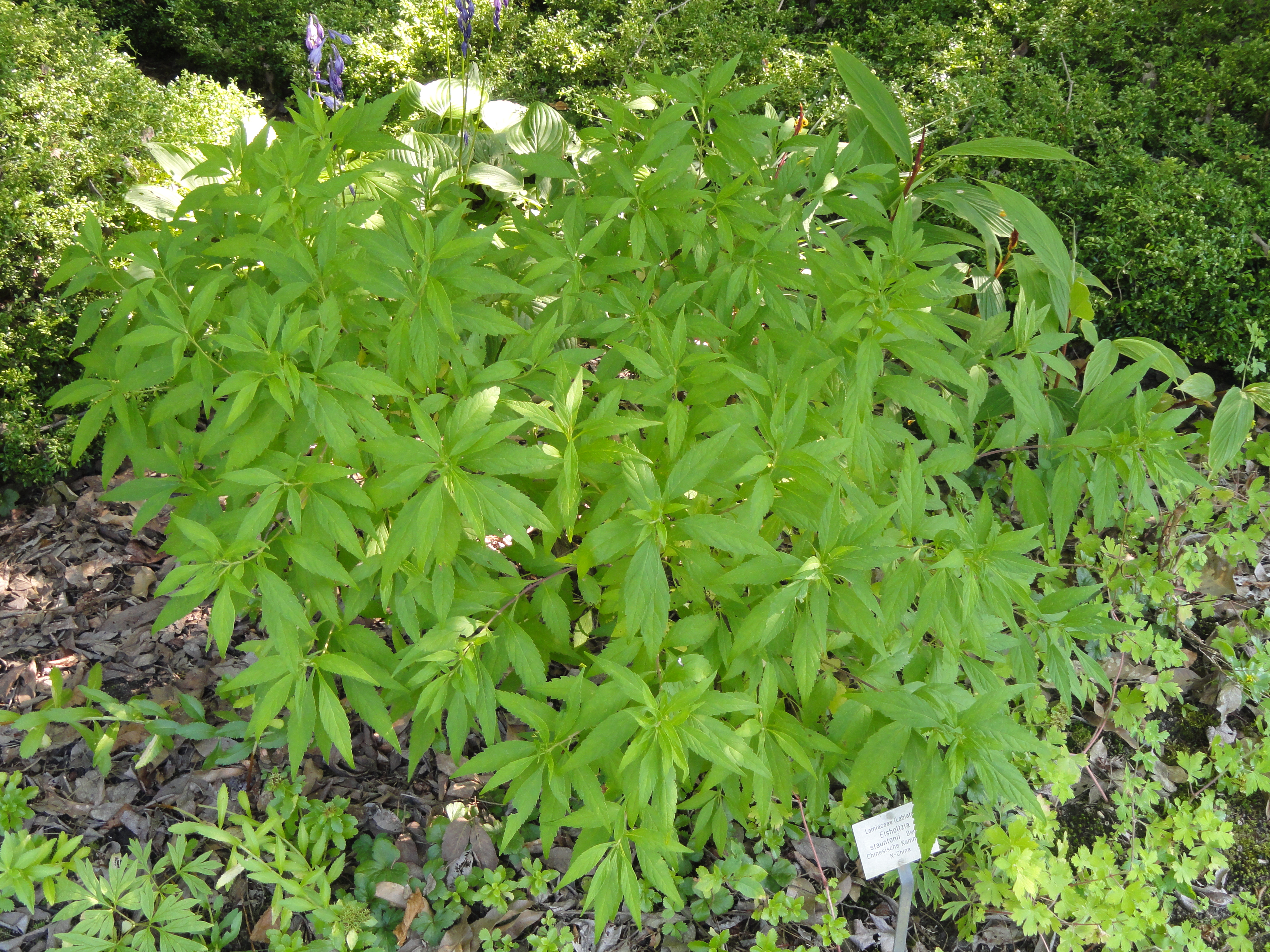
Chinesischer Gewürzstrauch (Blätter und Blüten) (ähnlich sind Elsholtzia blanda, Elsholtzia ciliata) (Blütenstände, Samen und Blätter)
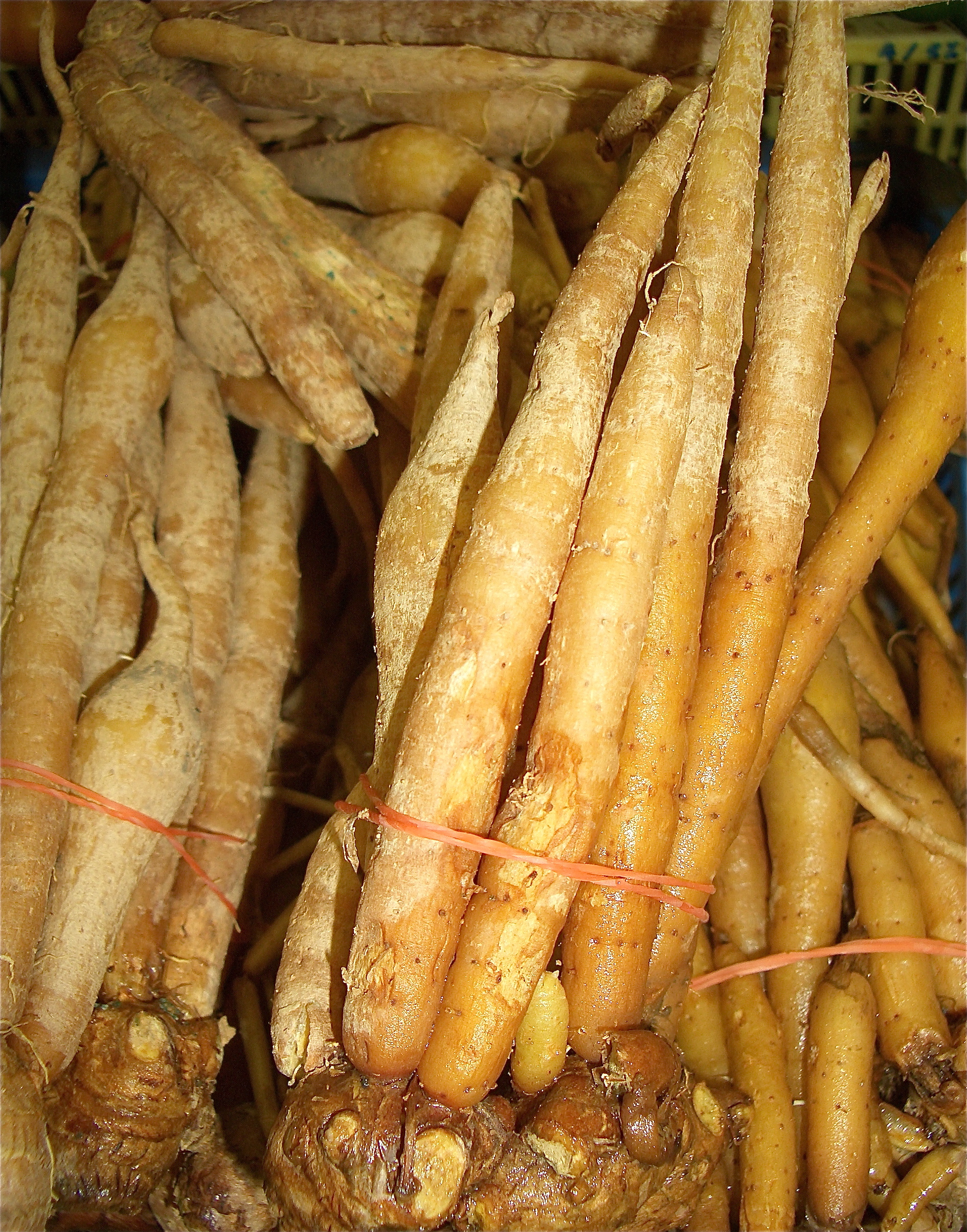
Chinesischer Ingwer
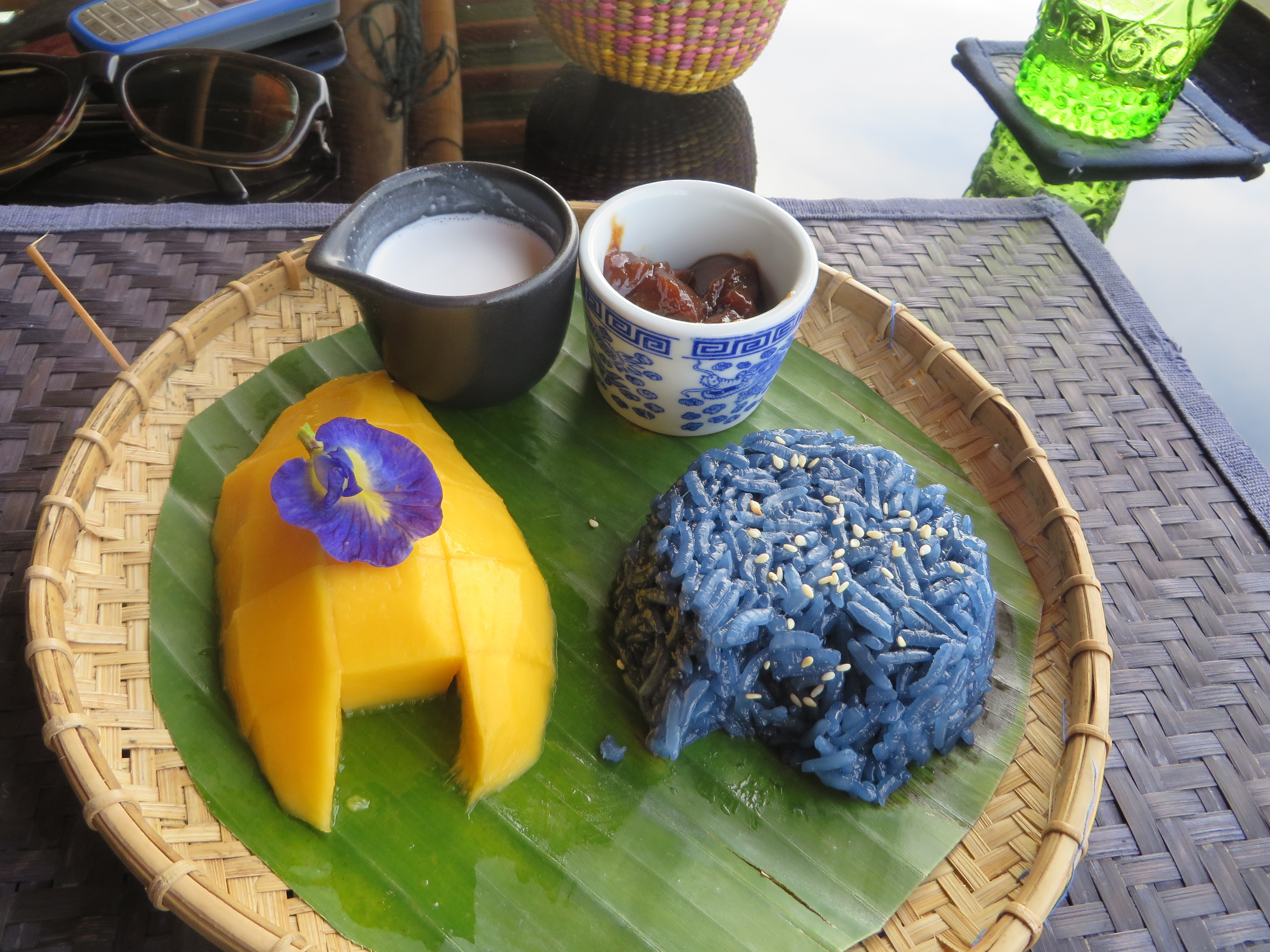
Clitoria ternatea (Blüten zum Blaufärben)
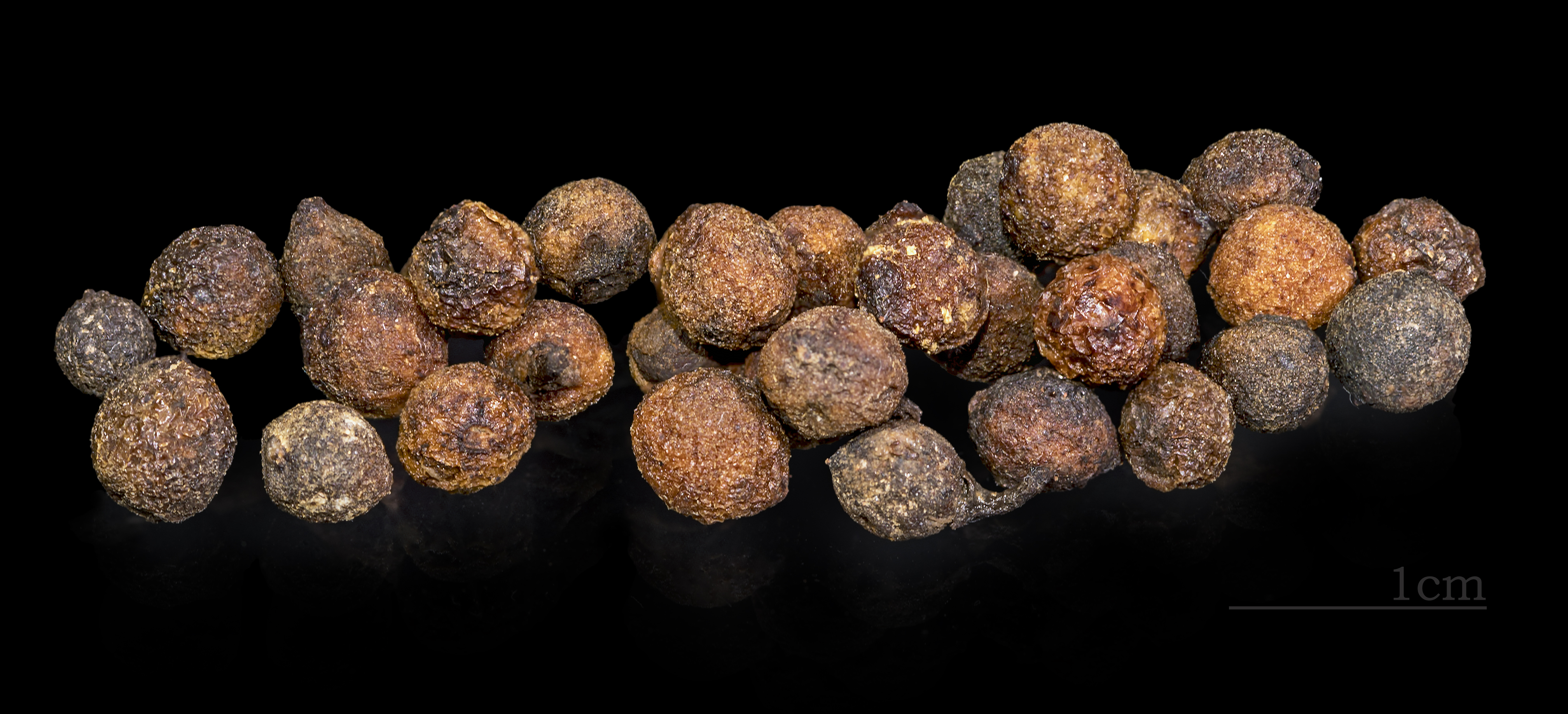
Cumeo (Siltimur, Timut, Timur) (ähnlich von Lindera glauca) (Früchte)
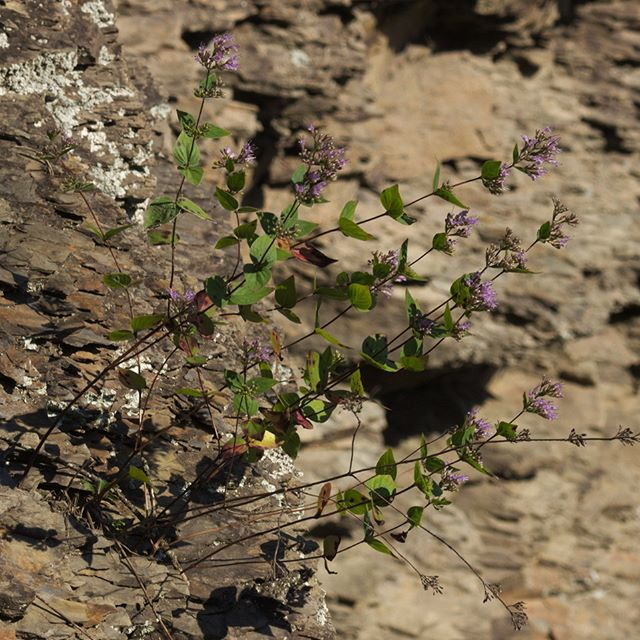
Cunila origanoides
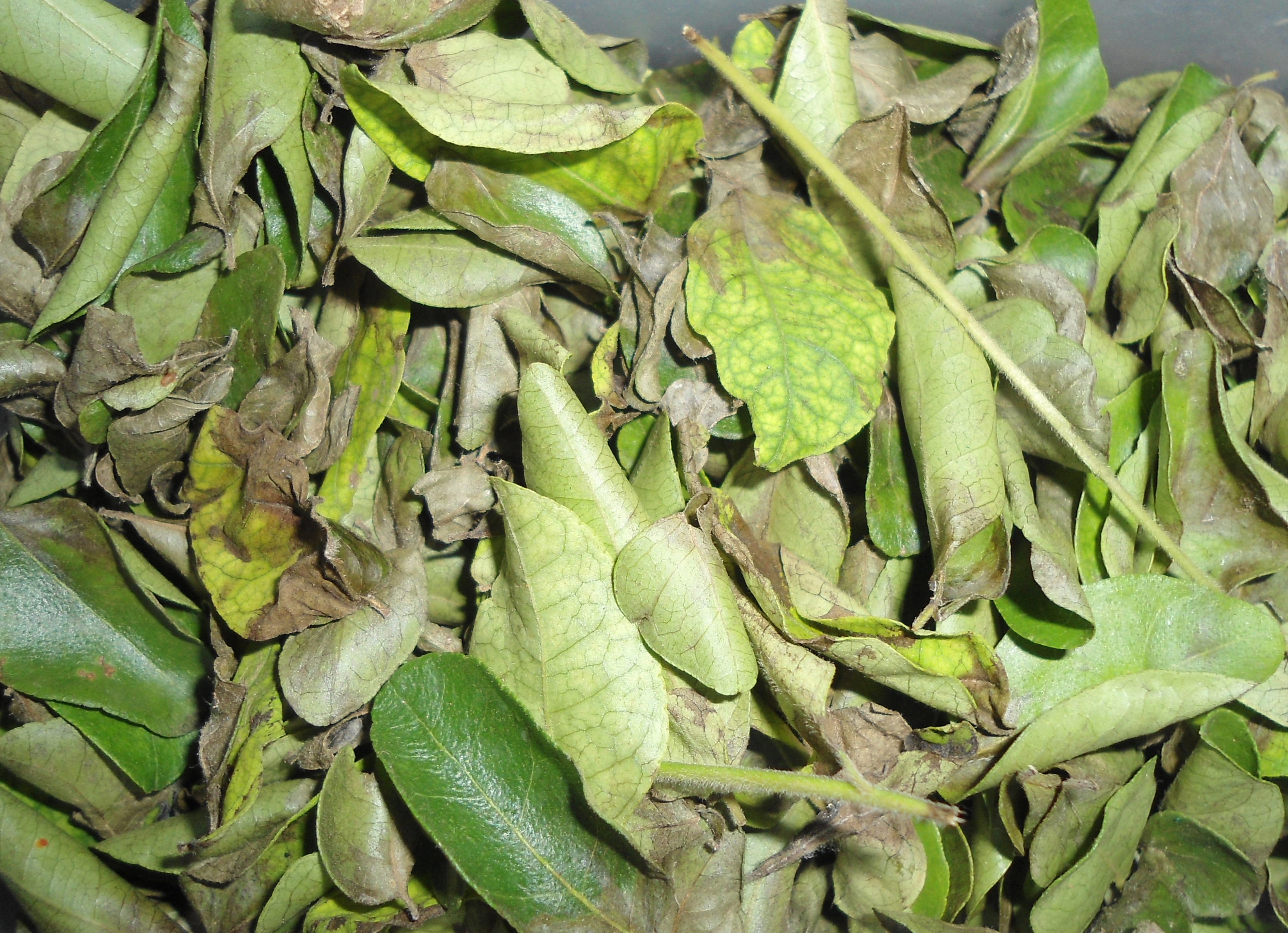
Currybaum
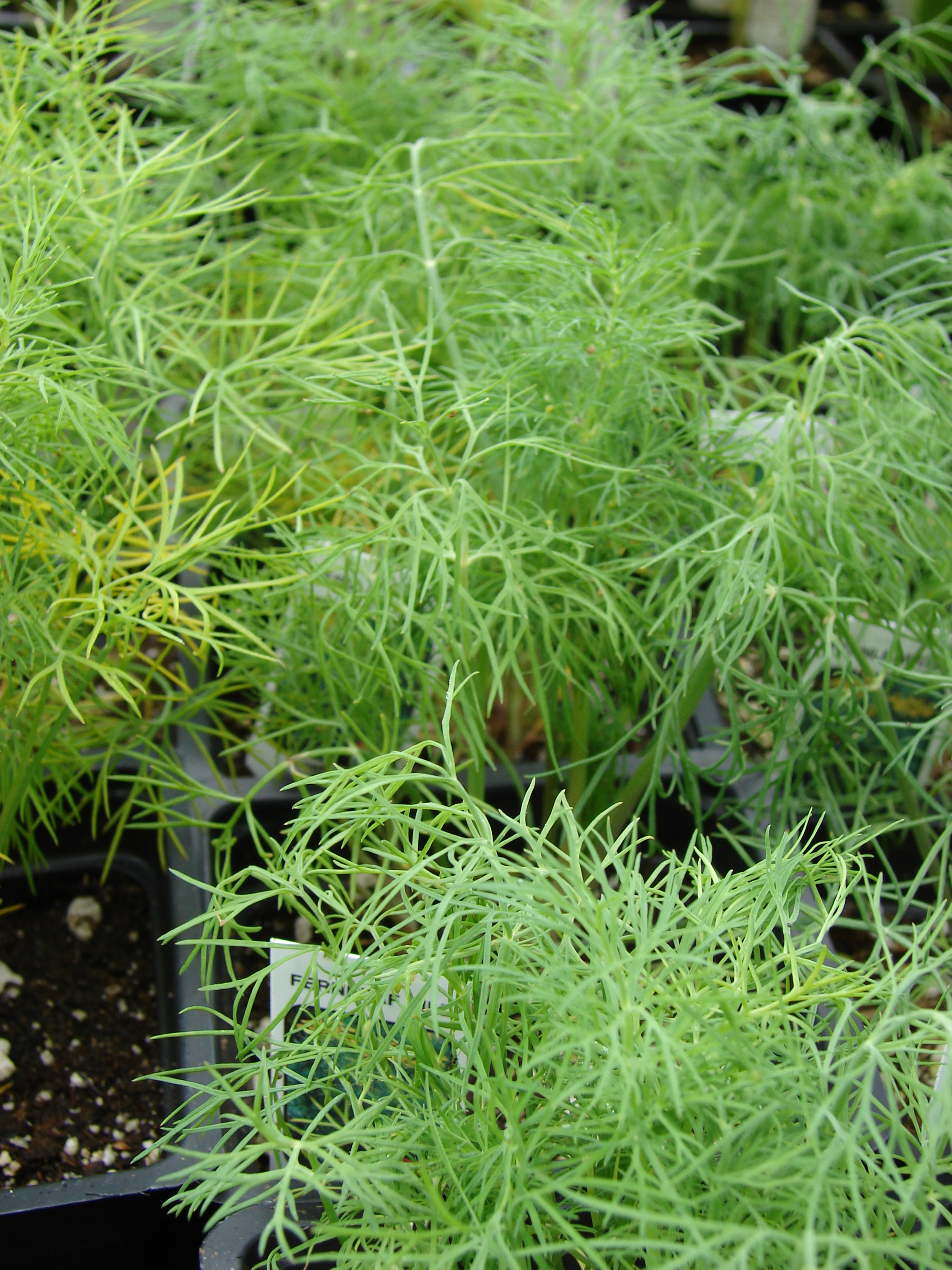
Dill (auch Samen)
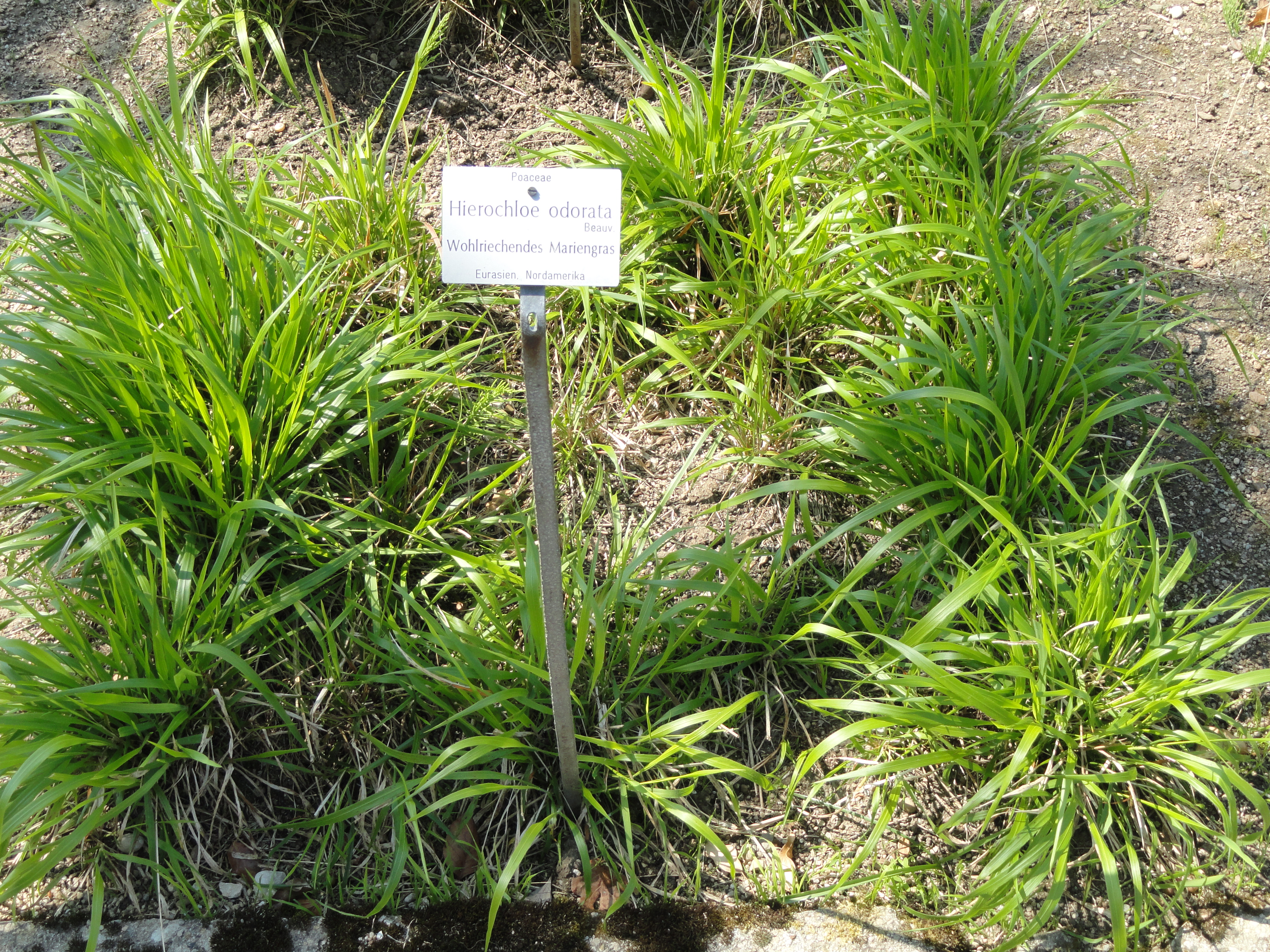
Duftendes Mariengras
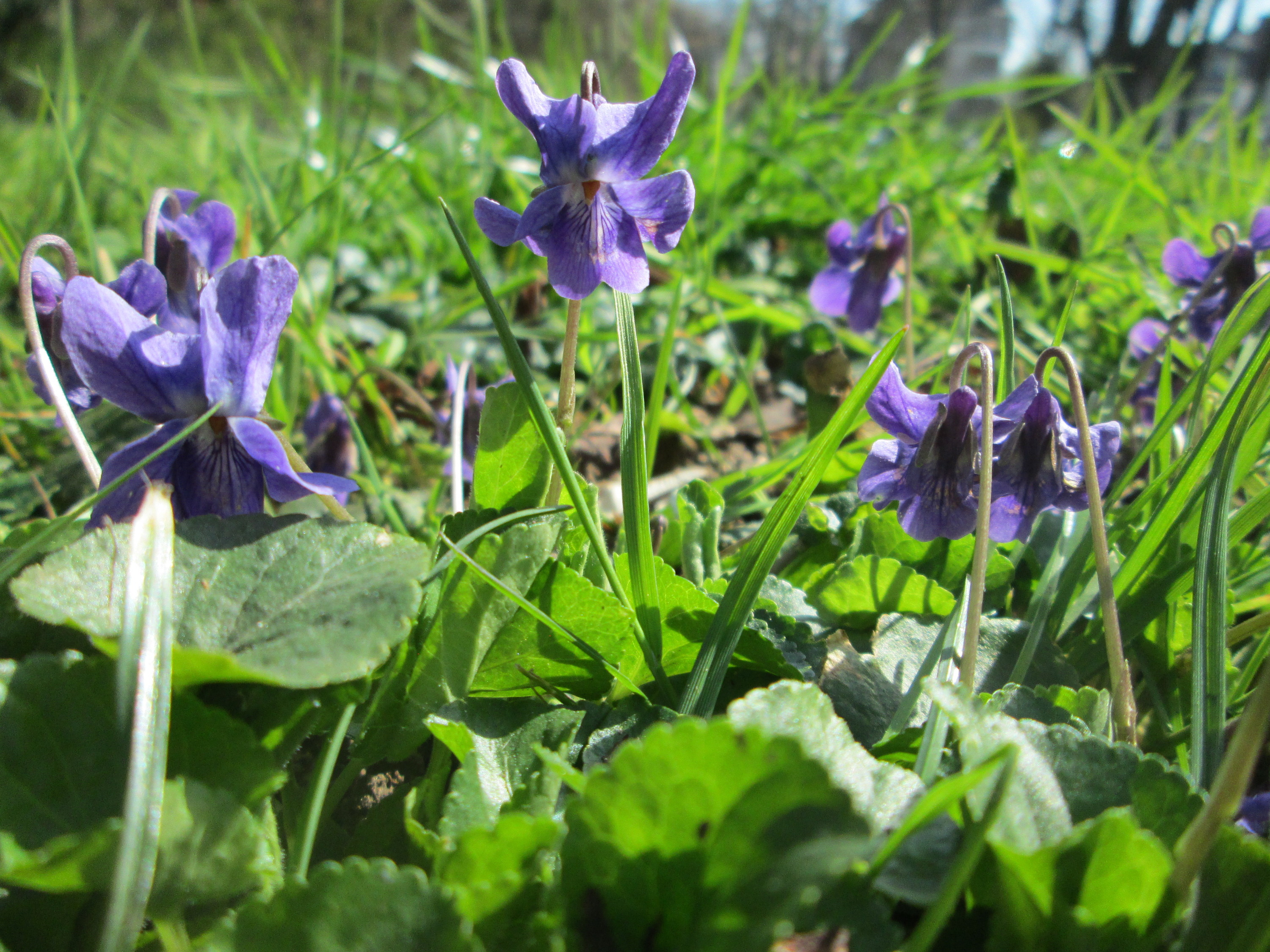
Duftveilchen
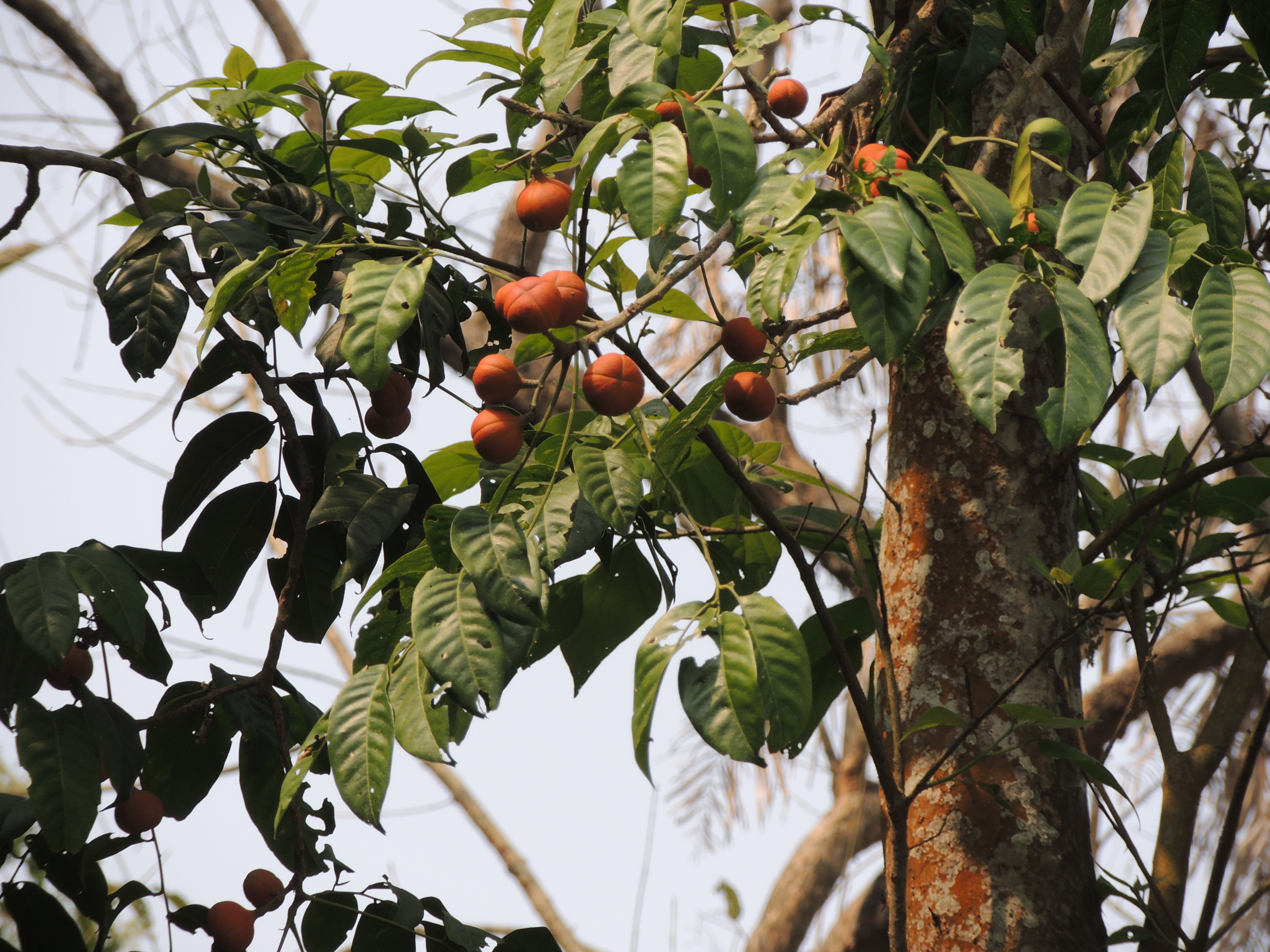
Dysoxylum alliaceum (ähnliches Bild) (Blätter und Samen)
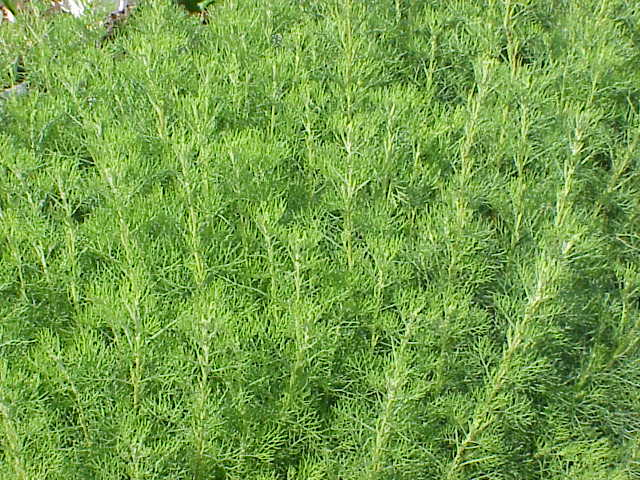
Eberraute
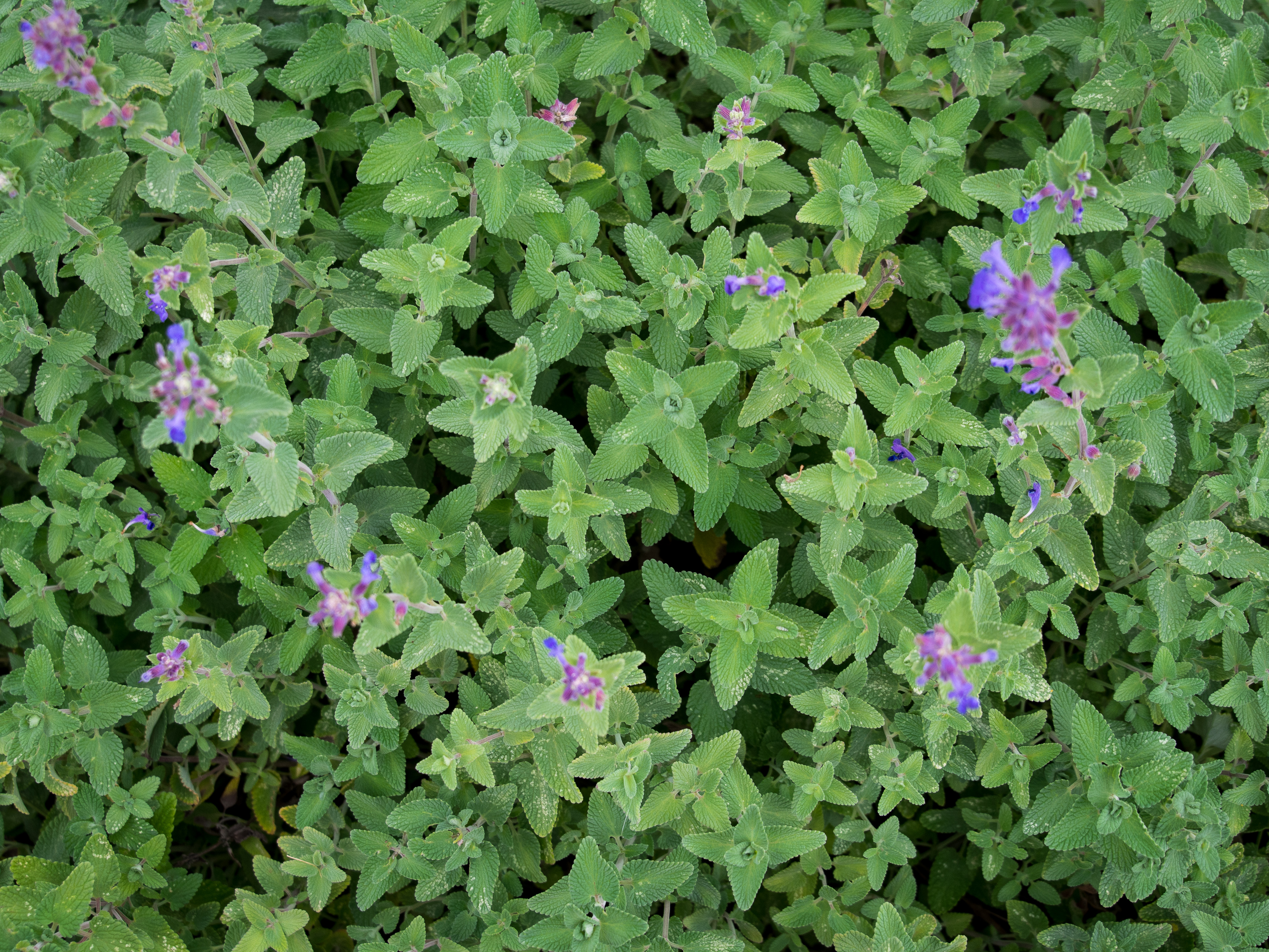
Echte Katzenminze (junge Blätter auch als Salat)
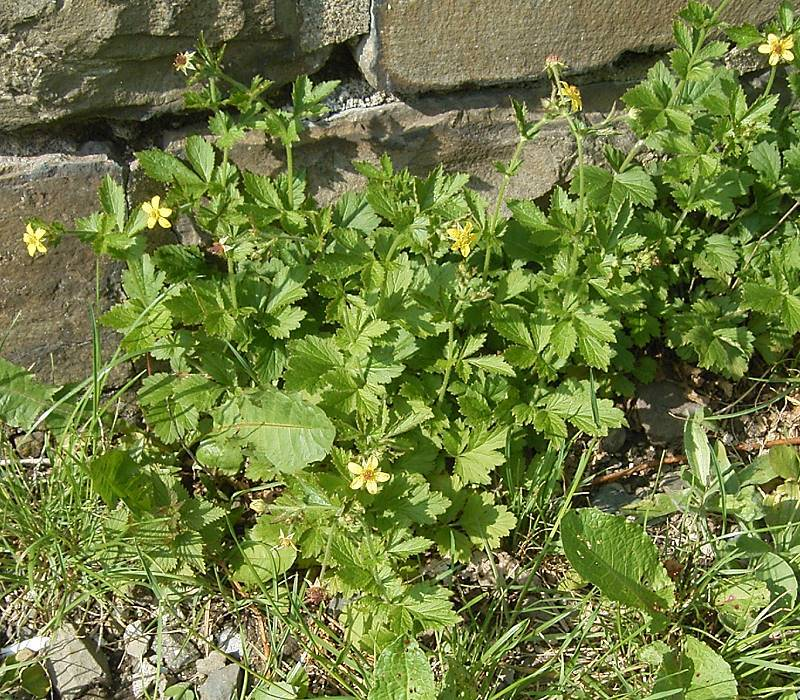
Echte Nelkenwurz (Wurzeln) (junge Blätter als Gemüse)
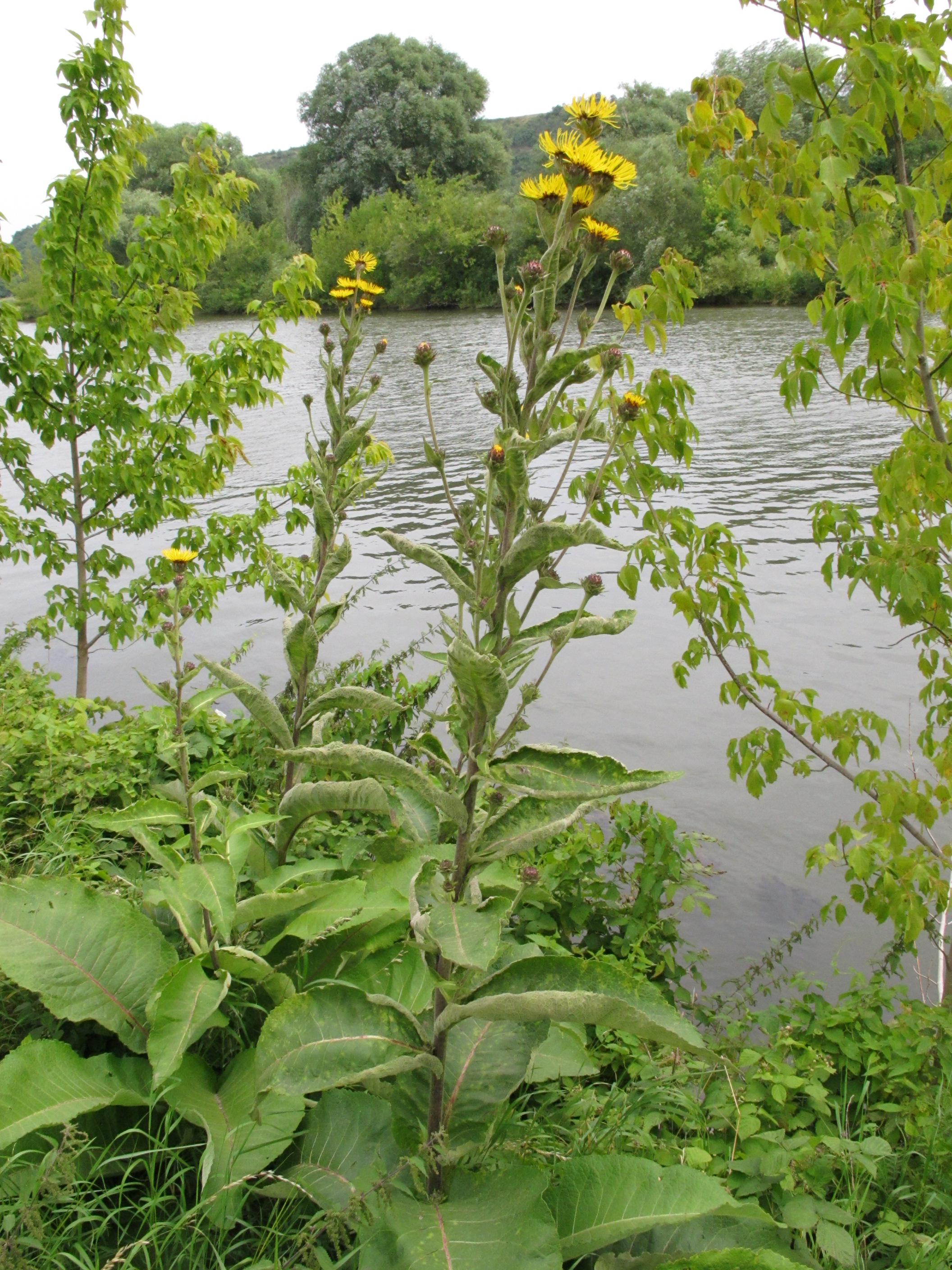
Echter Alant (Blätter und Wurzel)
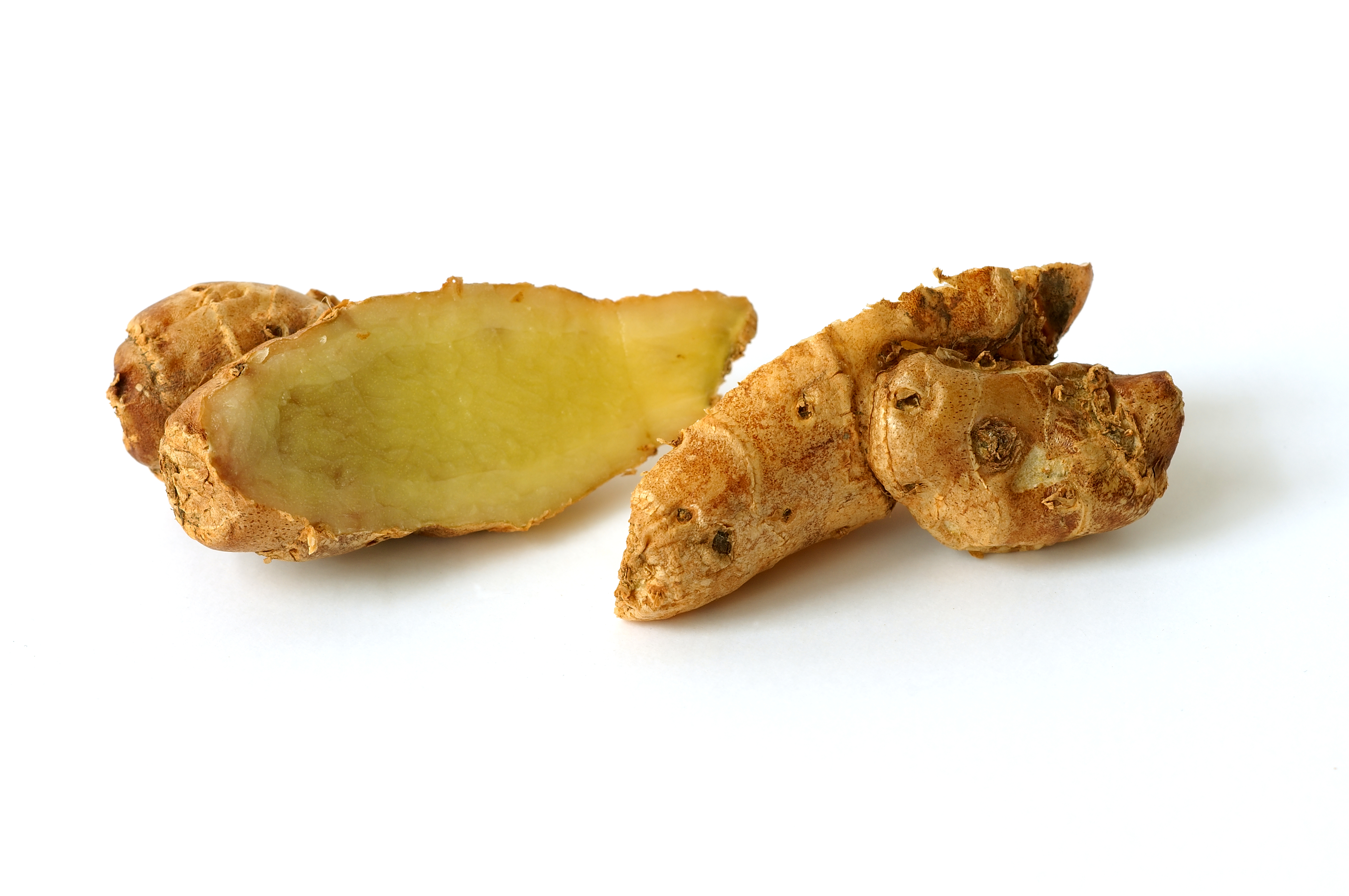
Echter Galgant
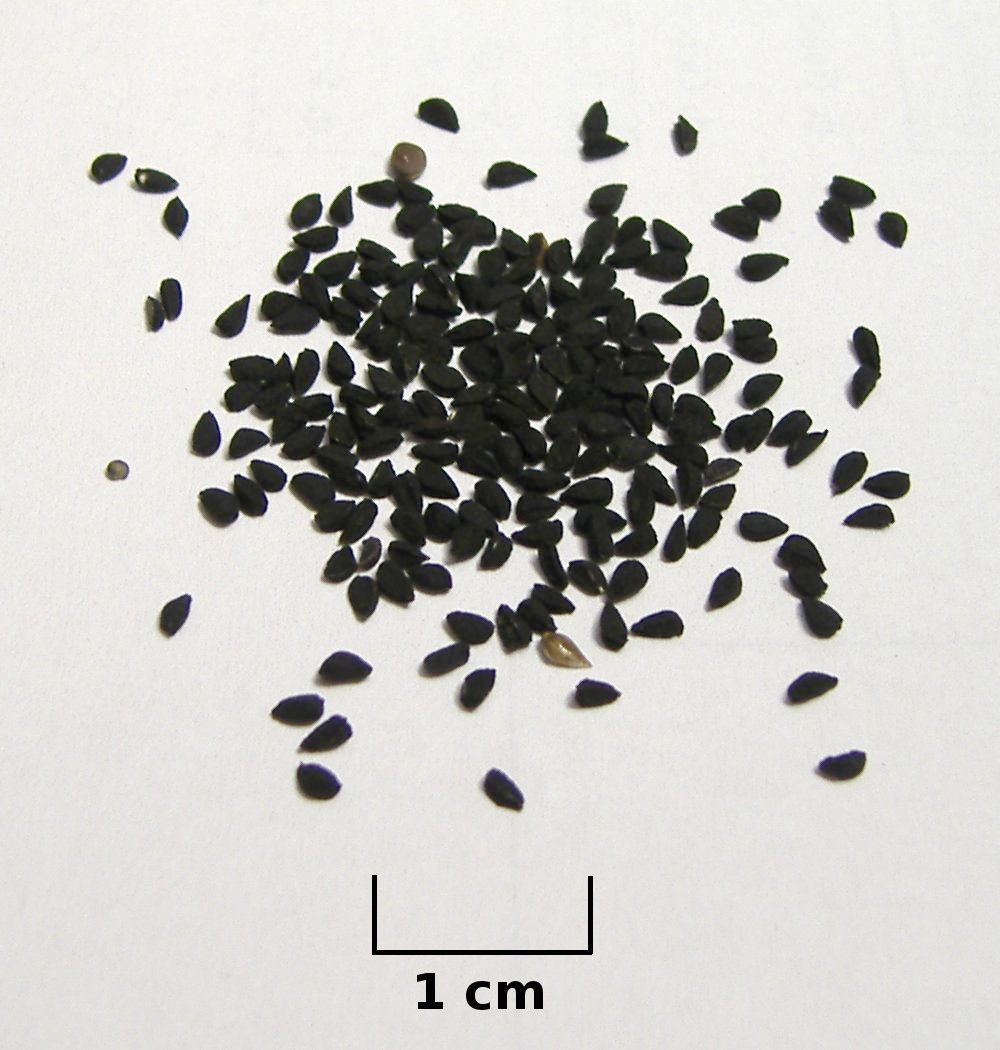
Echter Schwarzkümmel (auch von Jungfer im Grünen)
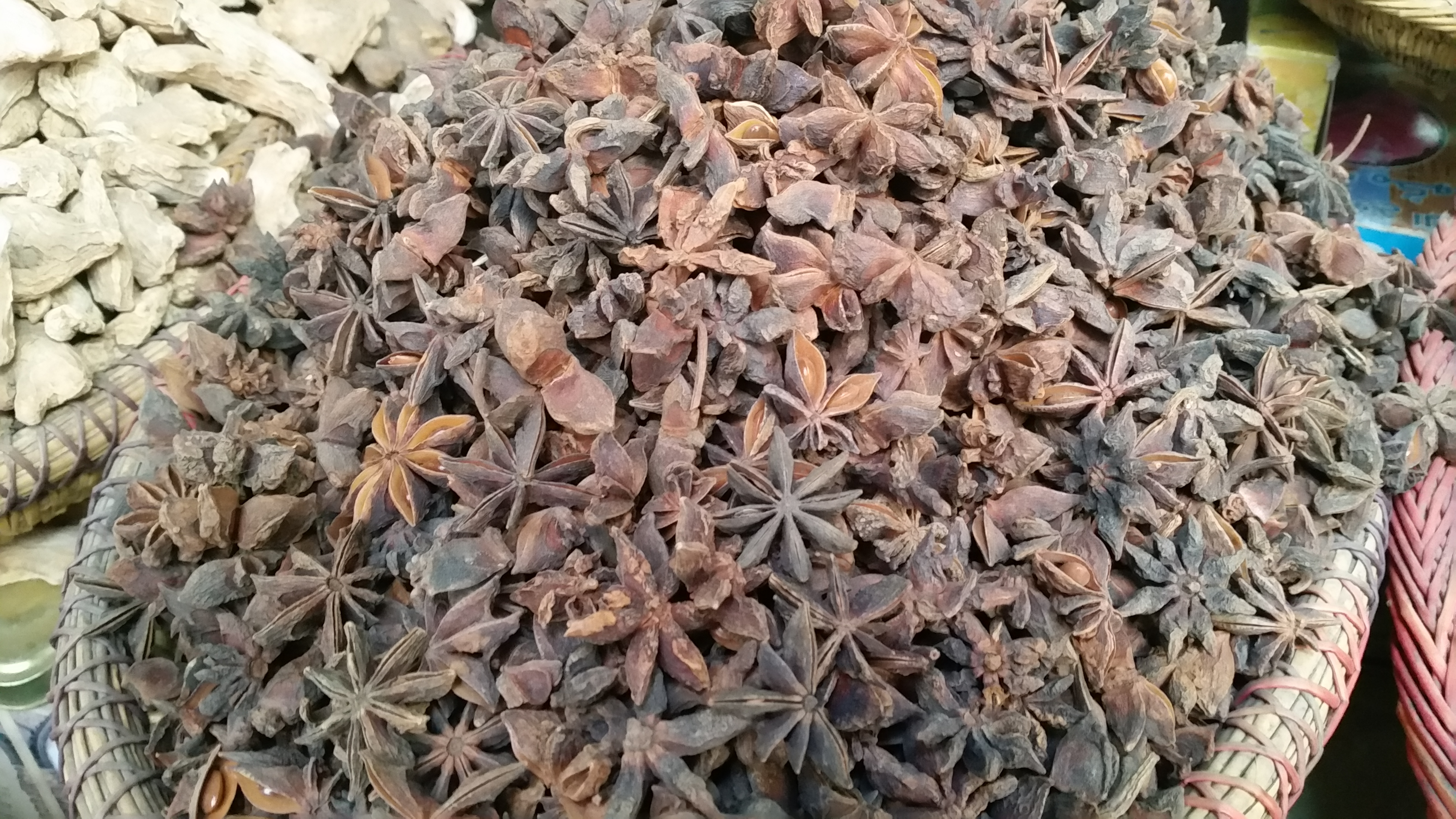
Echter Sternanis
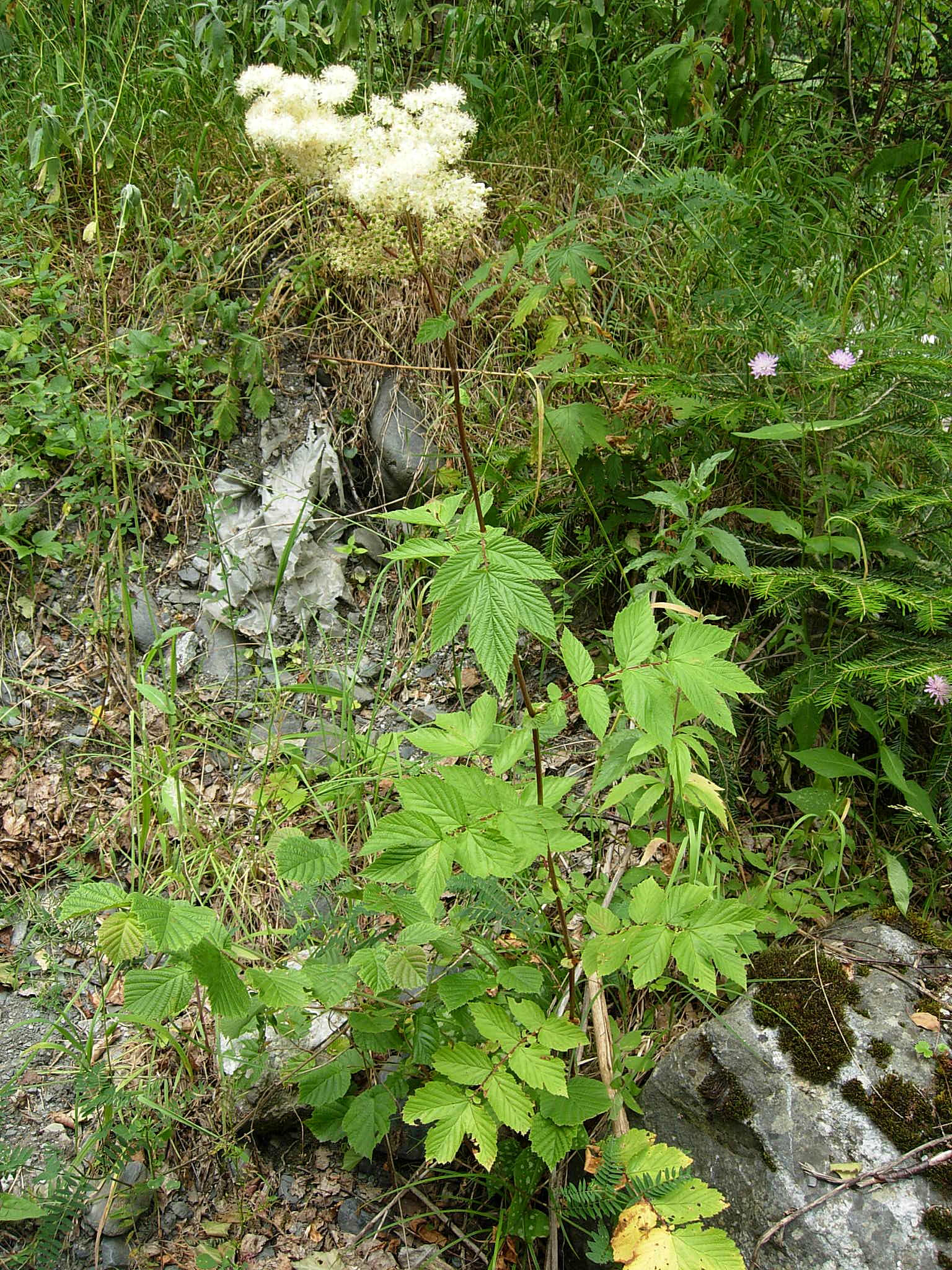
Echtes Mädesüß (Blüten und Blätter)
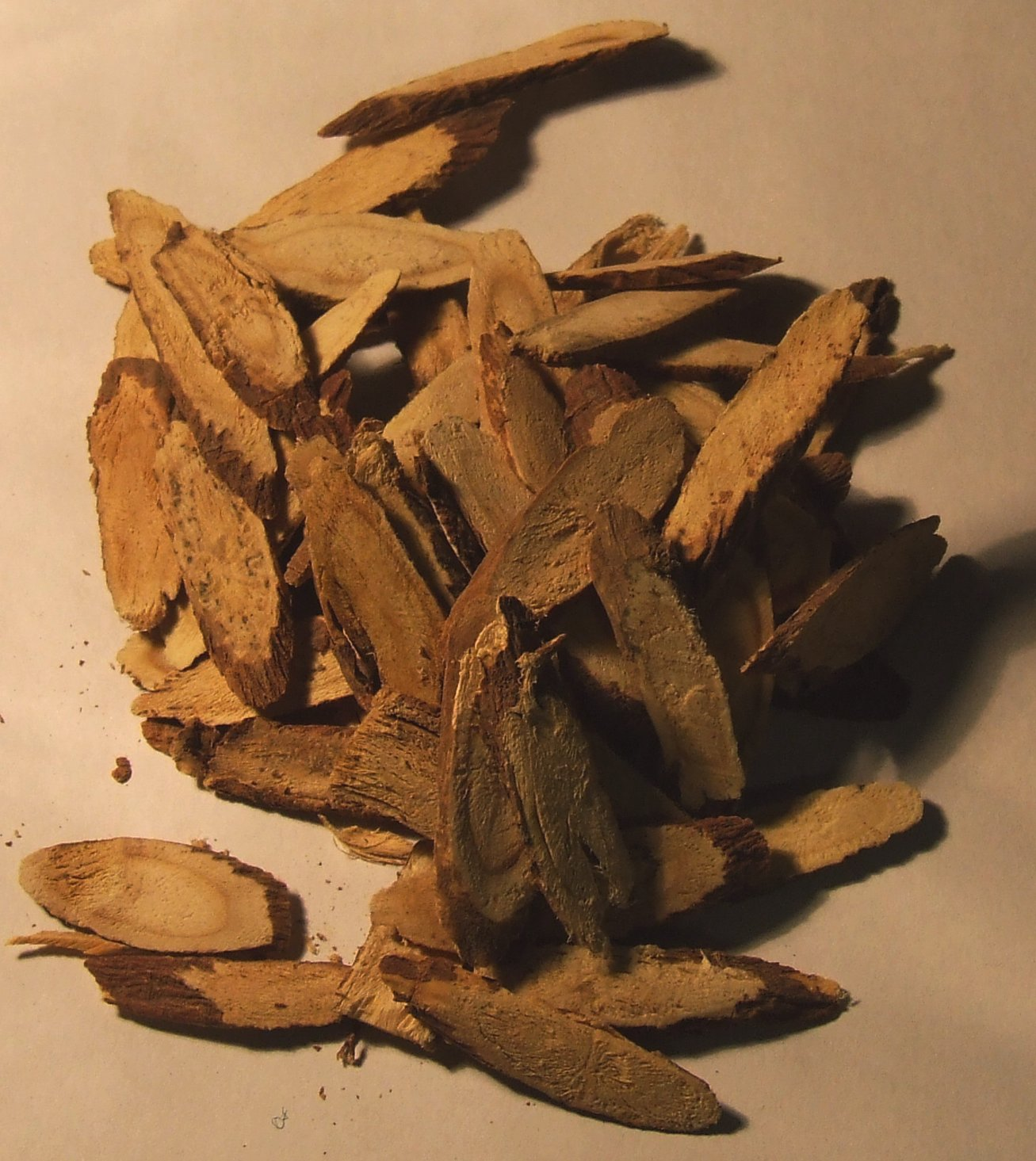
Echtes Süßholz
Estragon
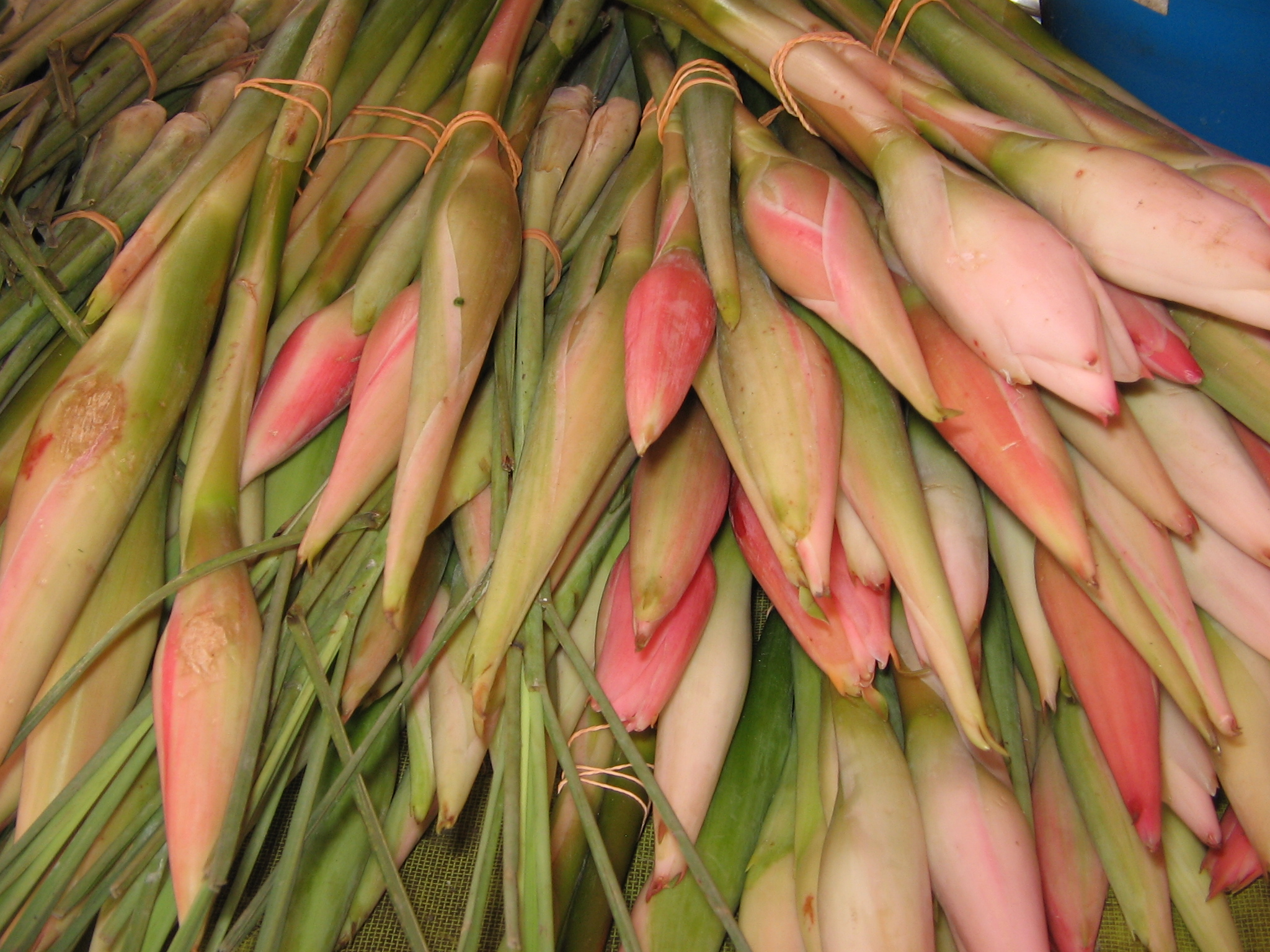
Fackel-Ingwer (junge oder ältere Blütensprosse)
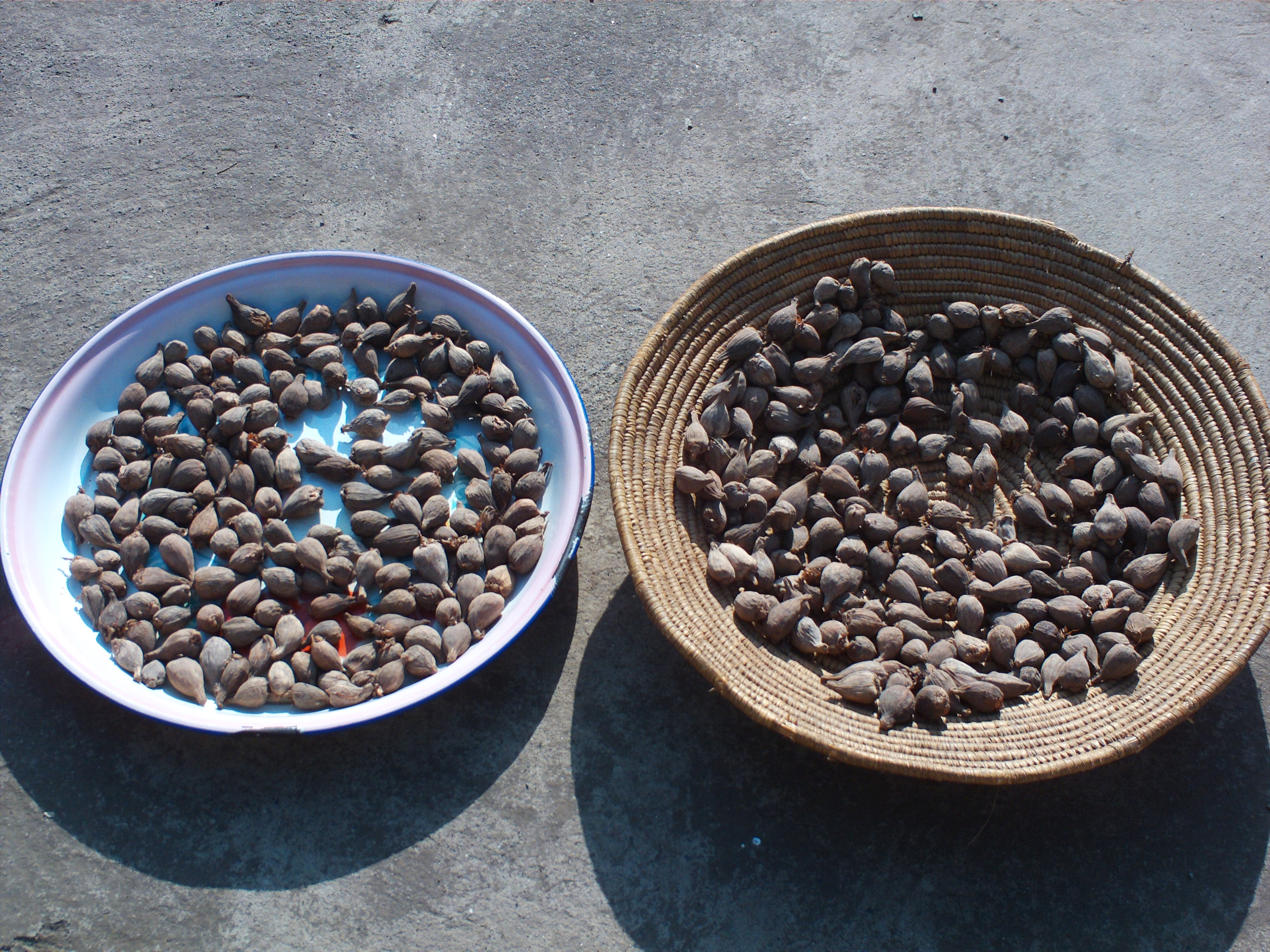
Falscher Kardamom (Korarima, Äthiopischer Kardamom) (Aframomum corrorima) (ähnlich sind Aframomum angustifolium, Amomum aromaticum, Amomum compactum, Lanxangia tsao-ko Syn.: Amomum tsao-ko, Wurfbainia vera Syn.: Amomum krervanh, Wurfbainia villosa Syn.: Amomum villosum)
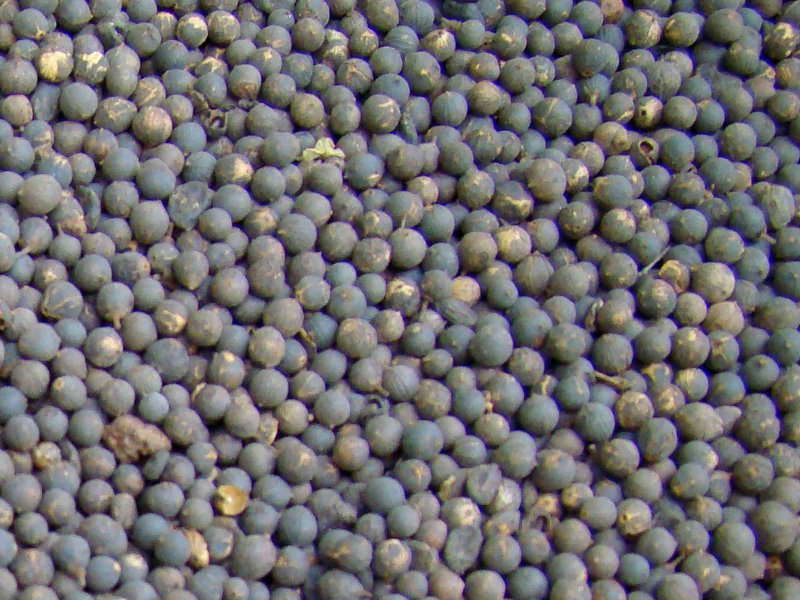
Falscher Pfeffer (Embelia ribes, Myrsine africana) (eher medizinisch)
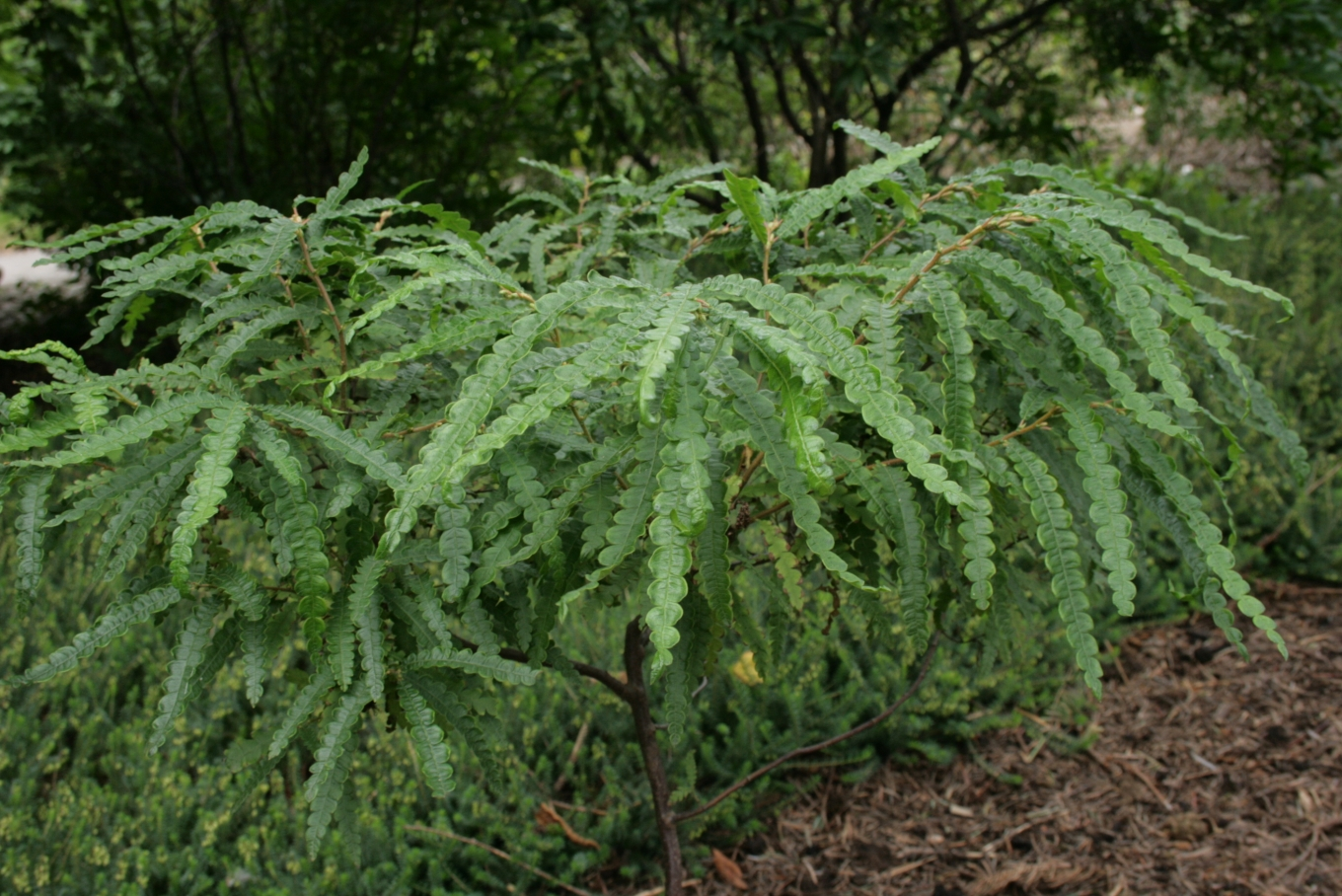
Farnmyrte
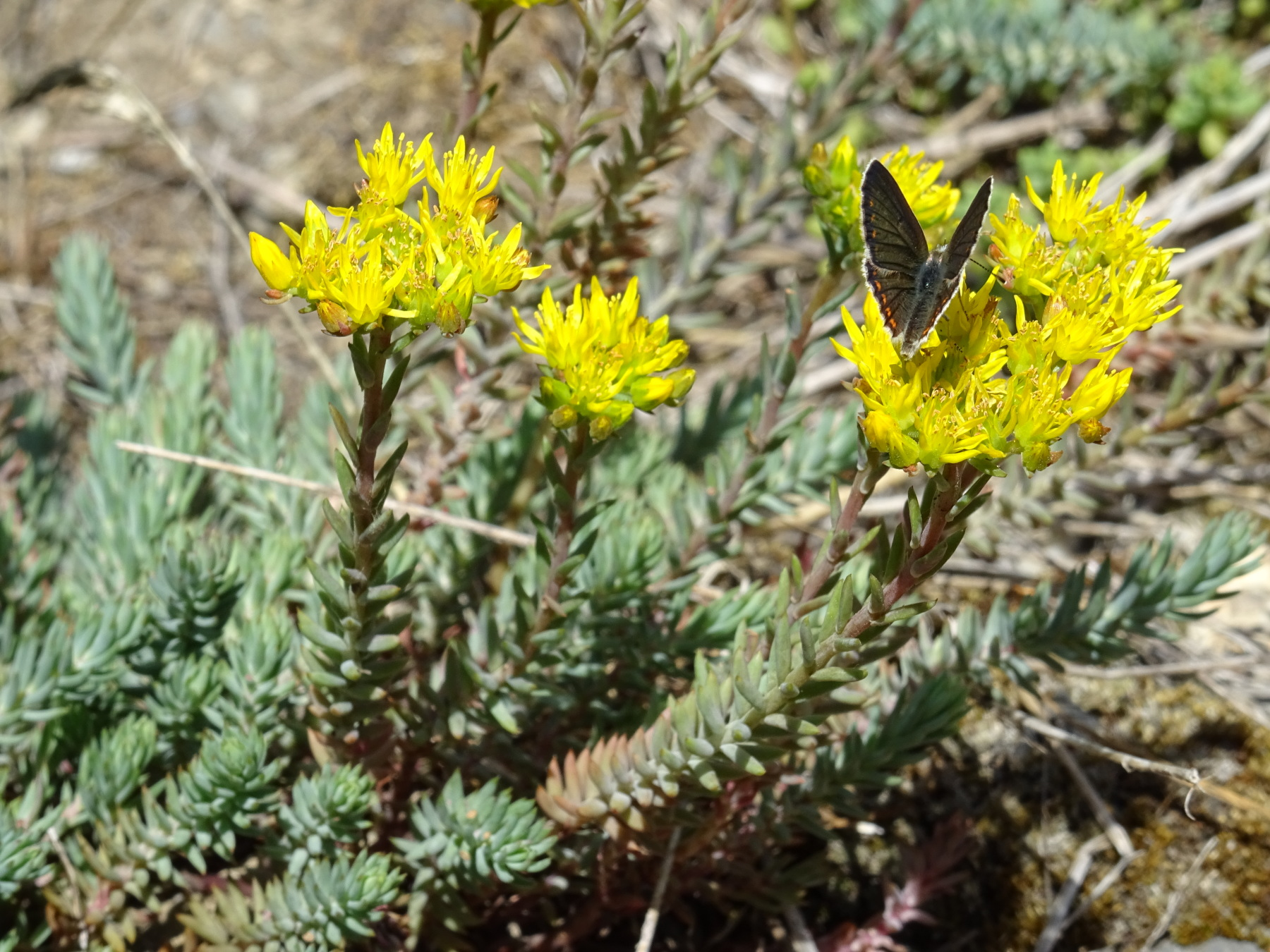
Felsen-Fetthenne (Tripmadame) (auch als Salat)
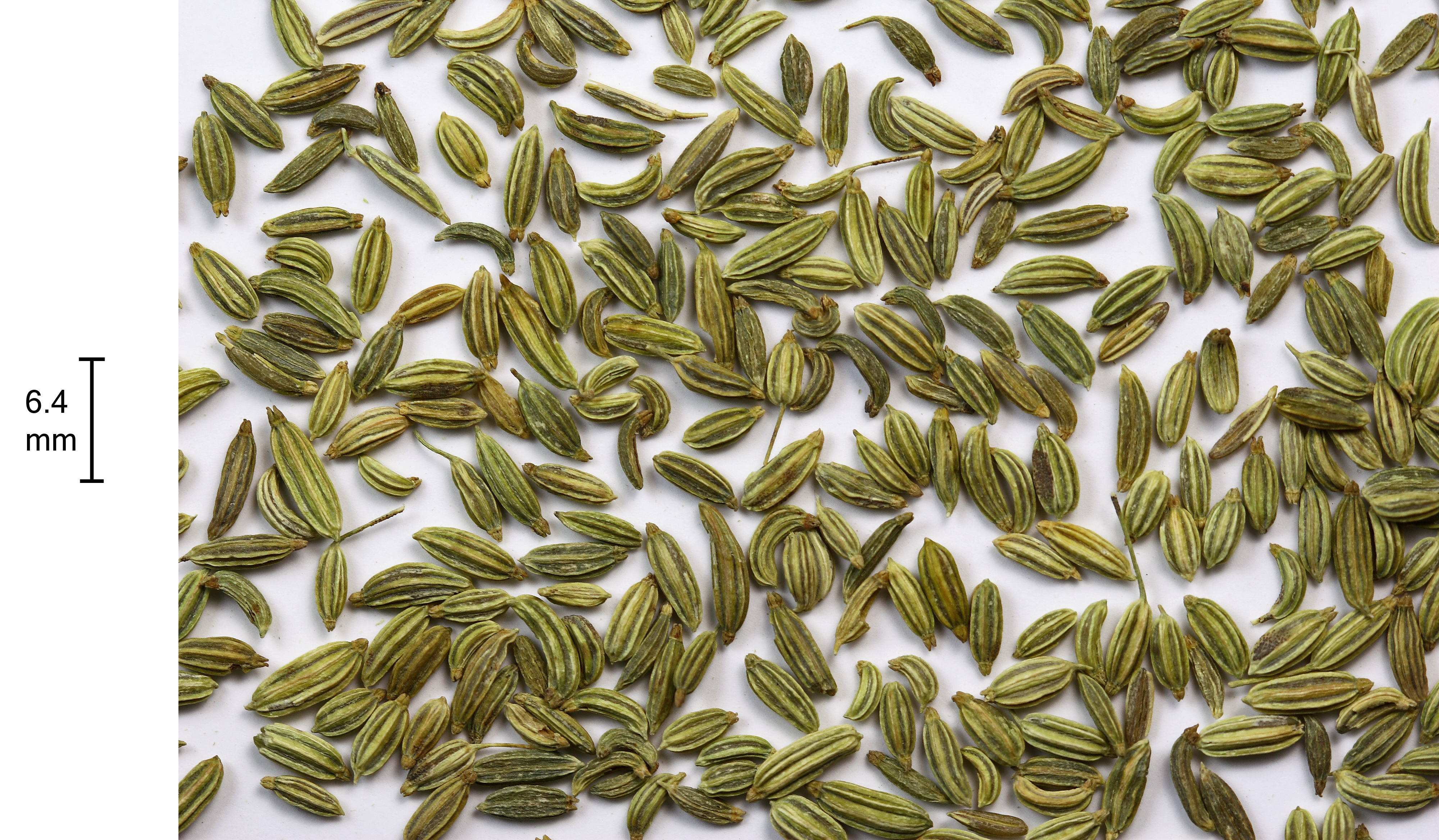
Fenchelsamen oder auch Fenchelpollen
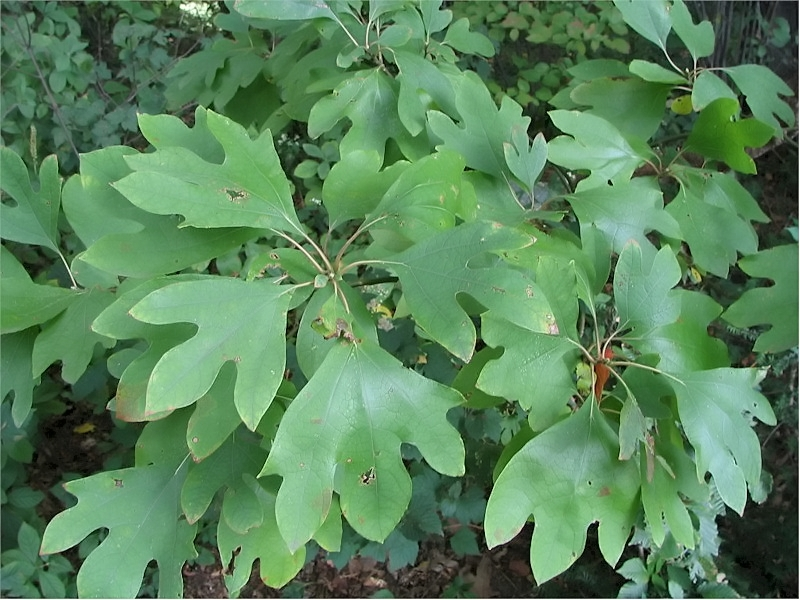
Filé (getrocknete Blätter)
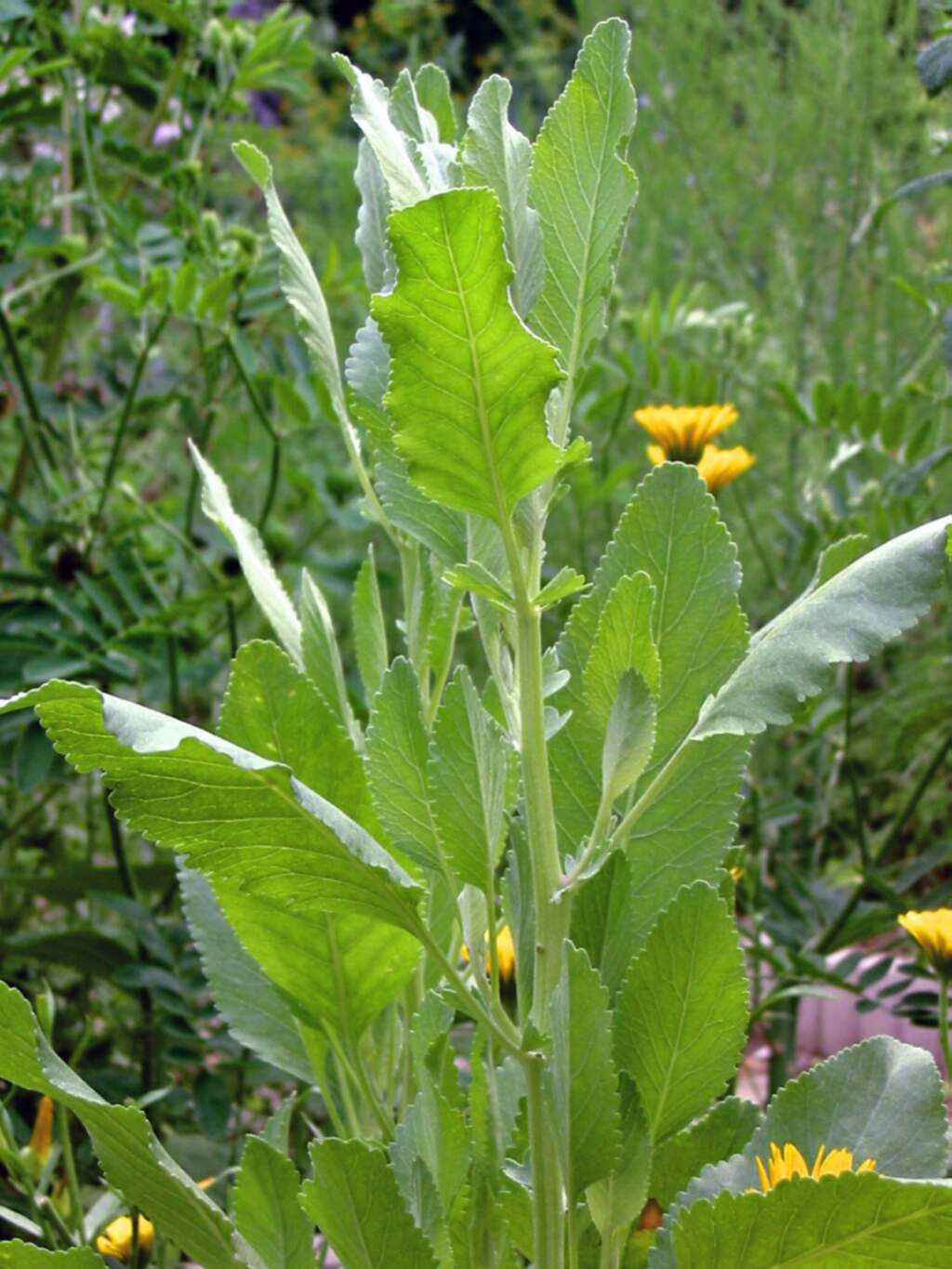
Frauenminze
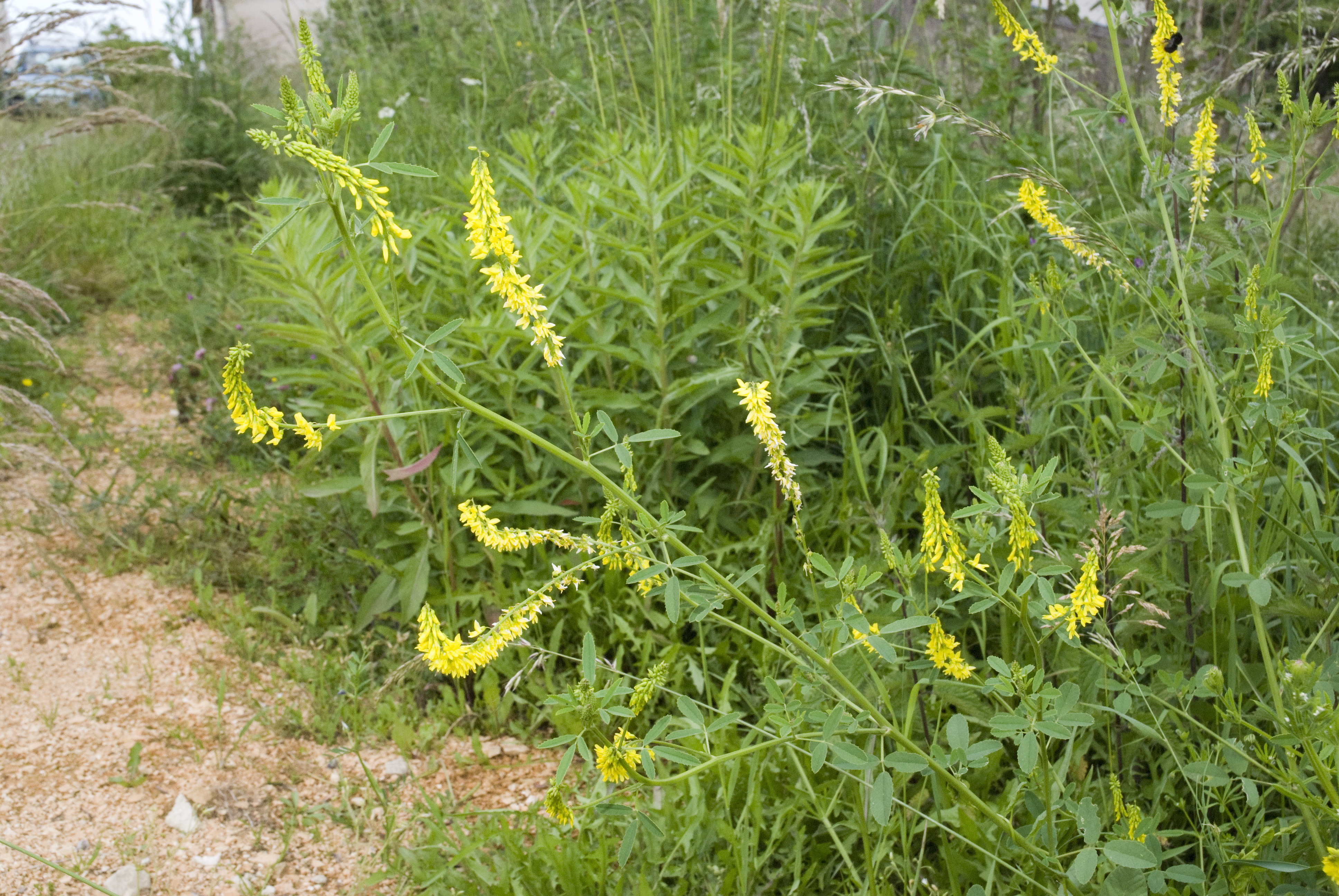
Gelber Steinklee (junge Blätter und Sprossen auch als Gemüse oder Salat)
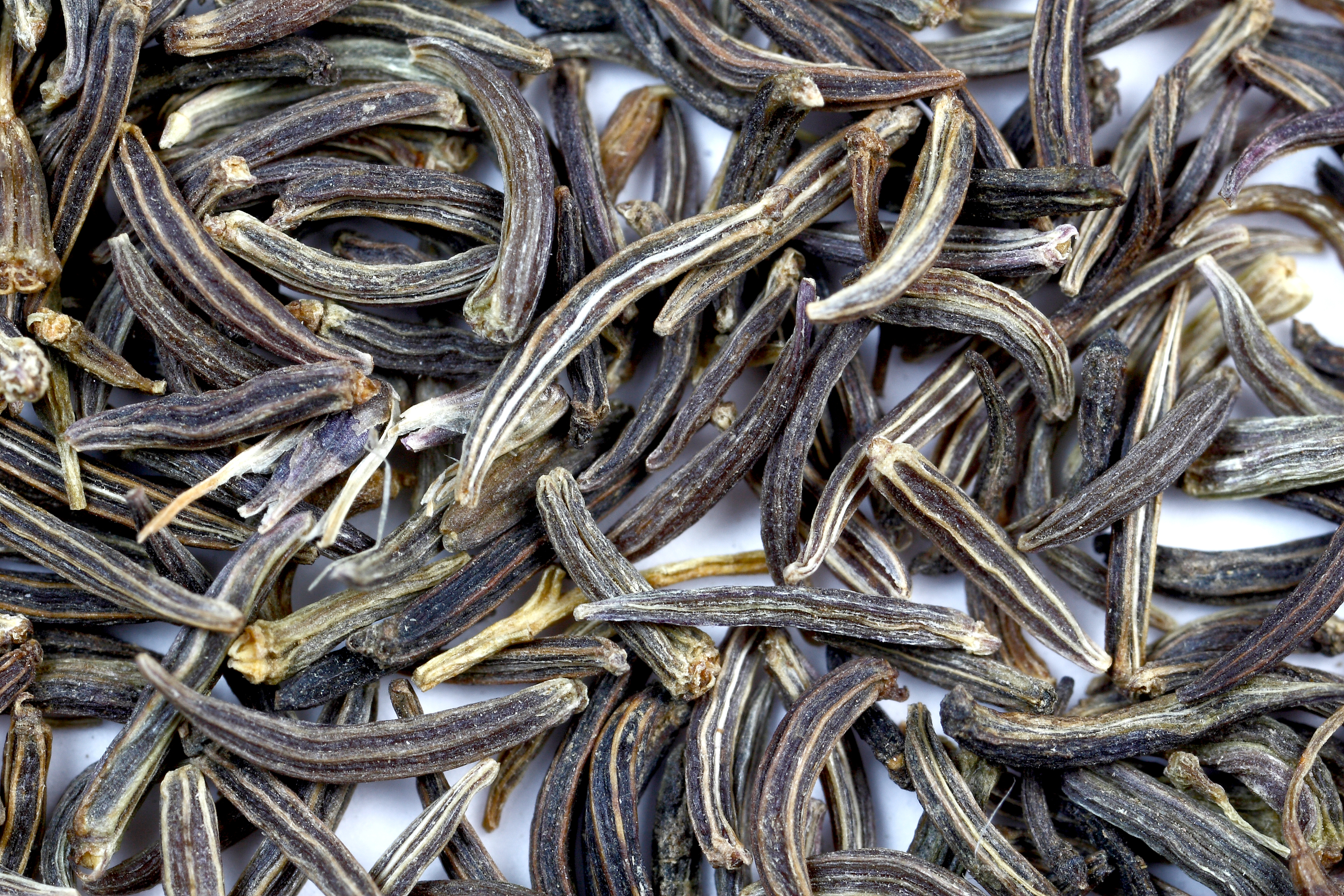
Gewöhnlicher Knollenkümmel (Knollen auch als Gemüse)
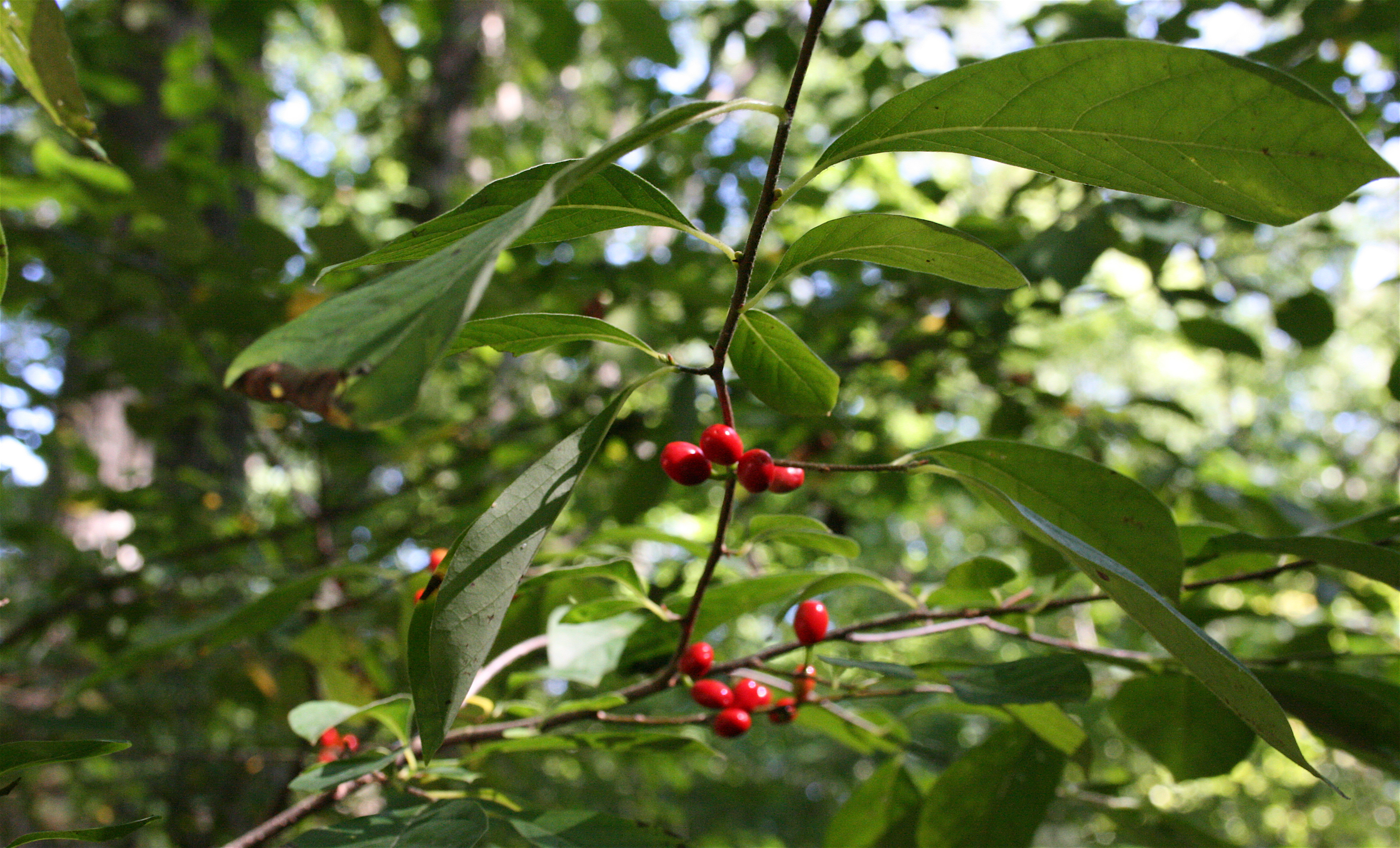
Gewürzbusch (Fieberstrauch) (Pimentersatz)
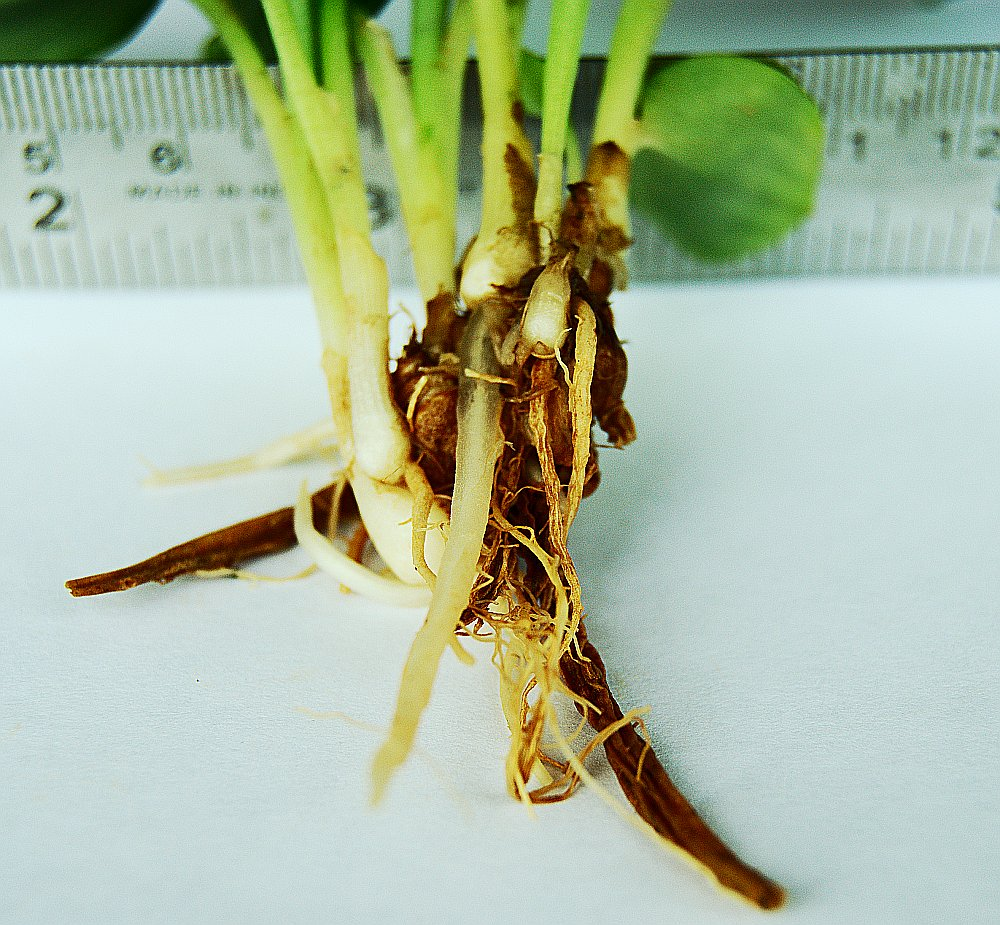
Gewürzlilie (Galanga)
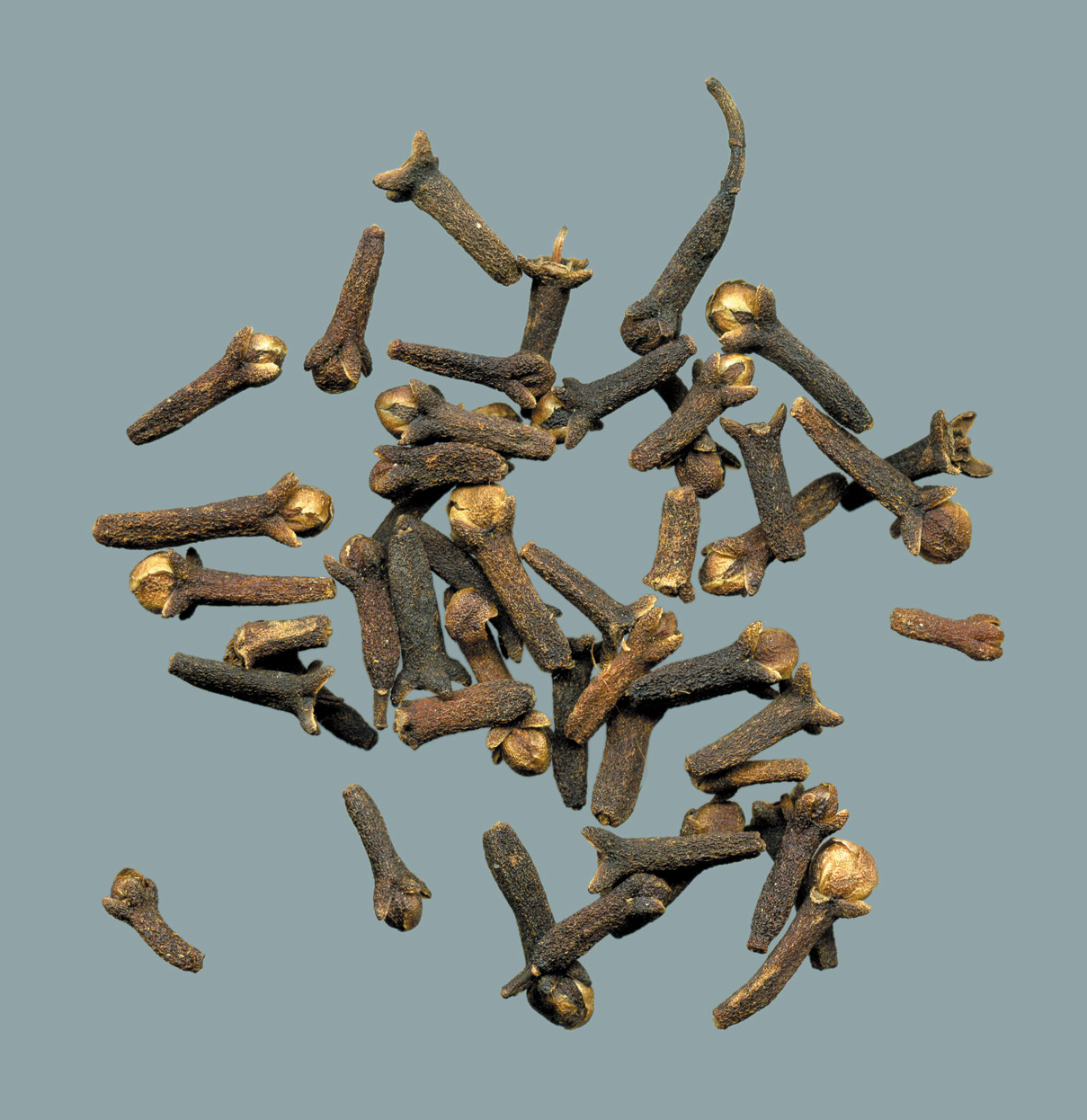
Gewürznelke
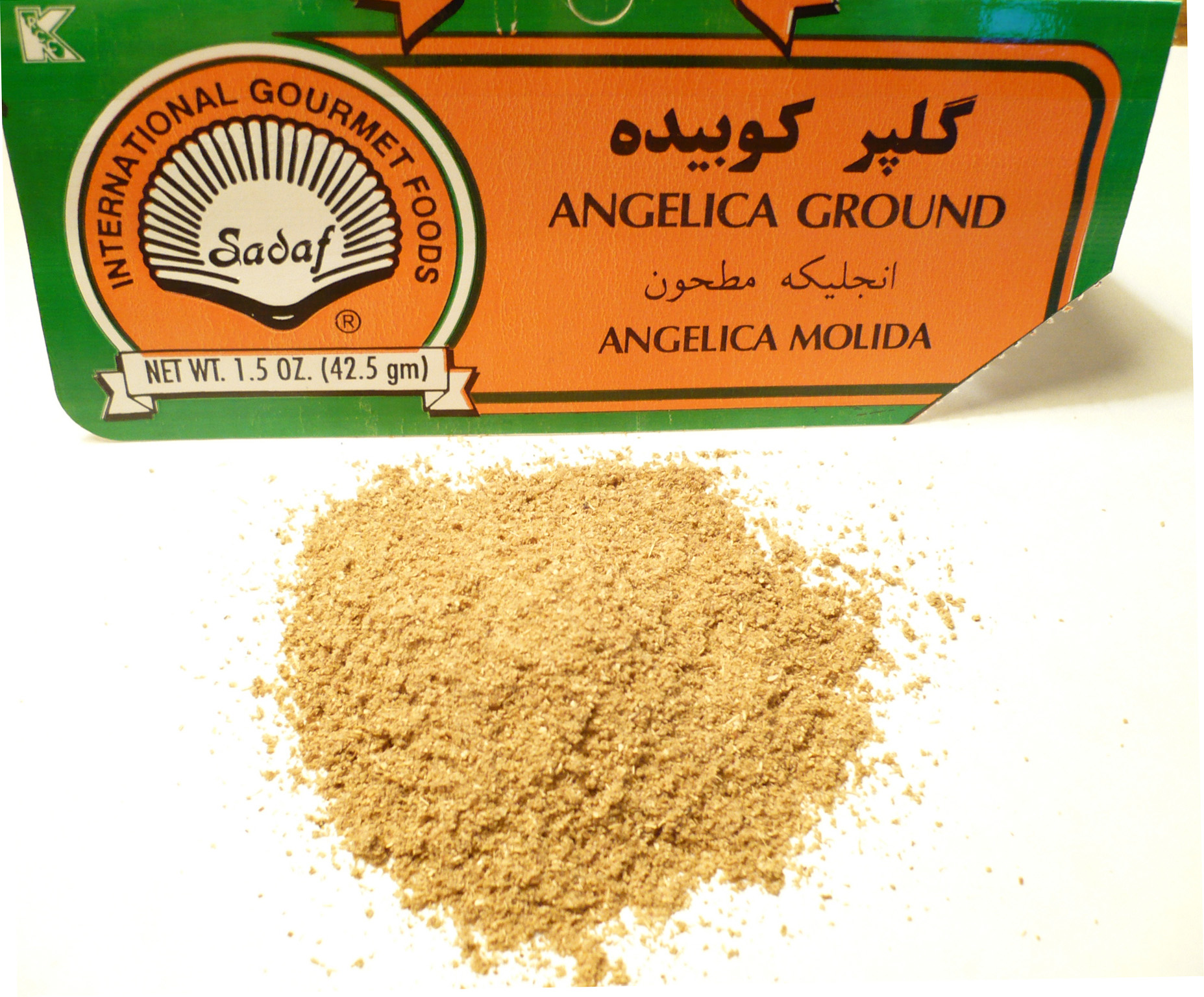
Golpar
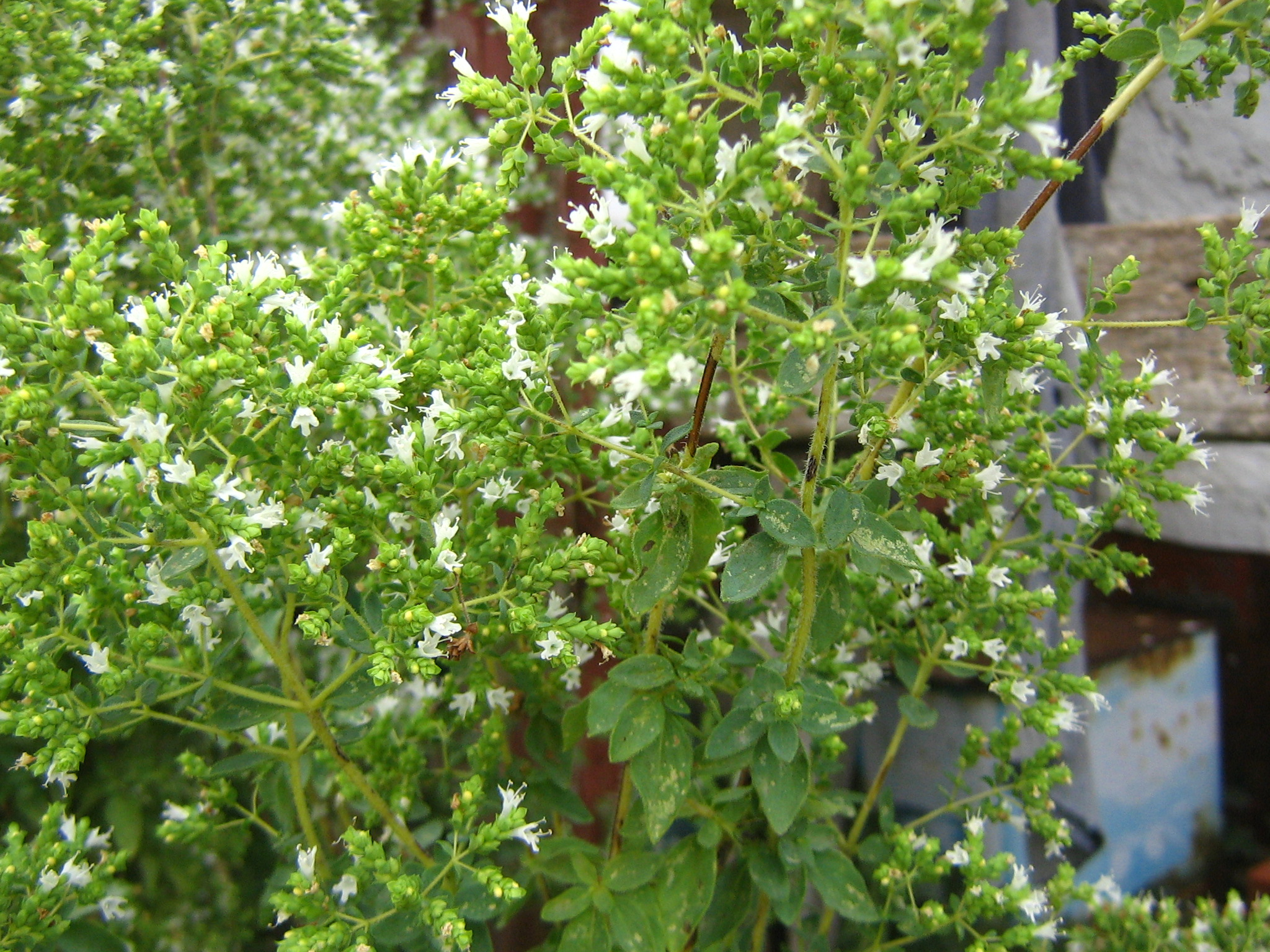
Griechischer Oregano
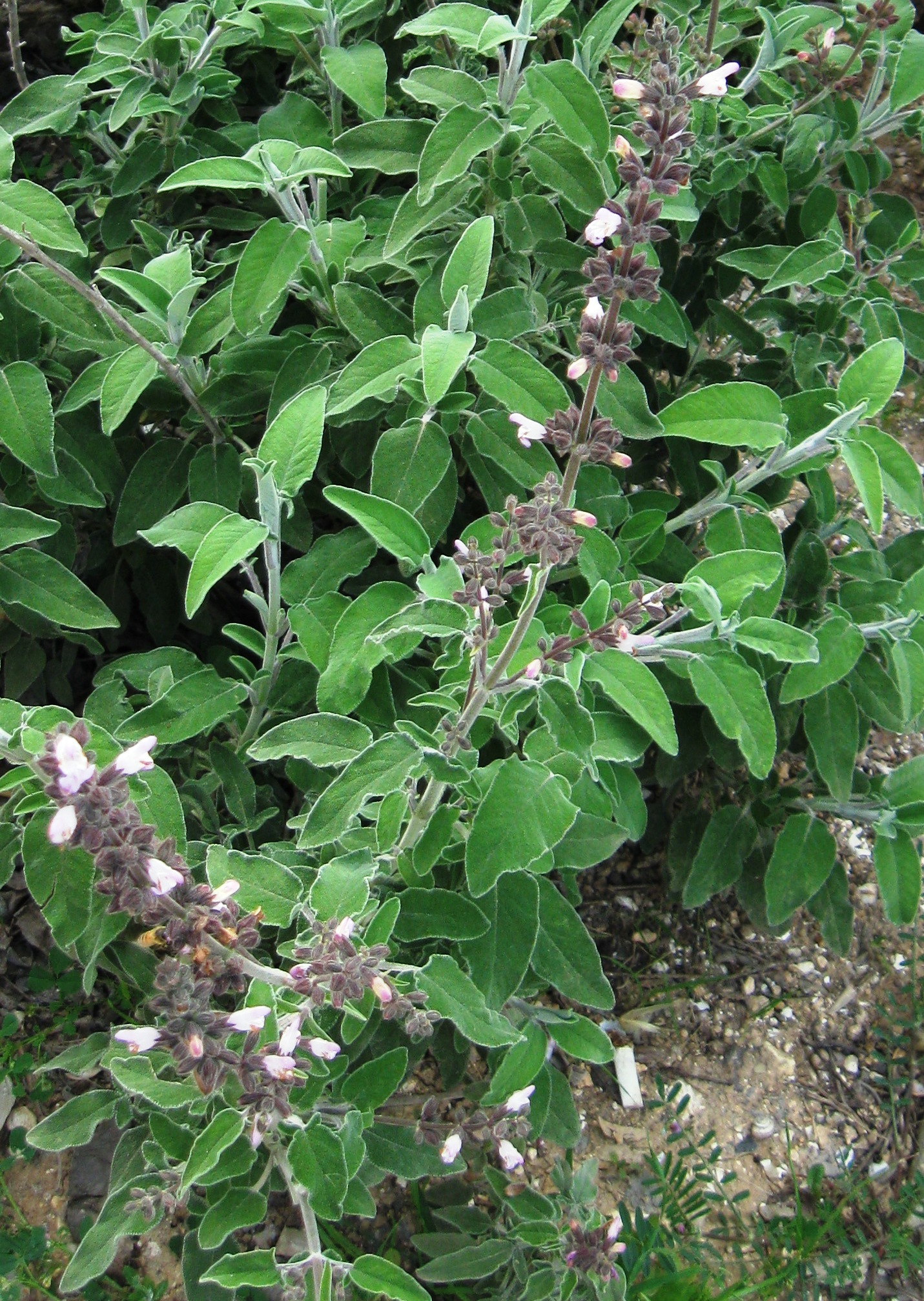
Griechischer Salbei (meistens getrocknet)
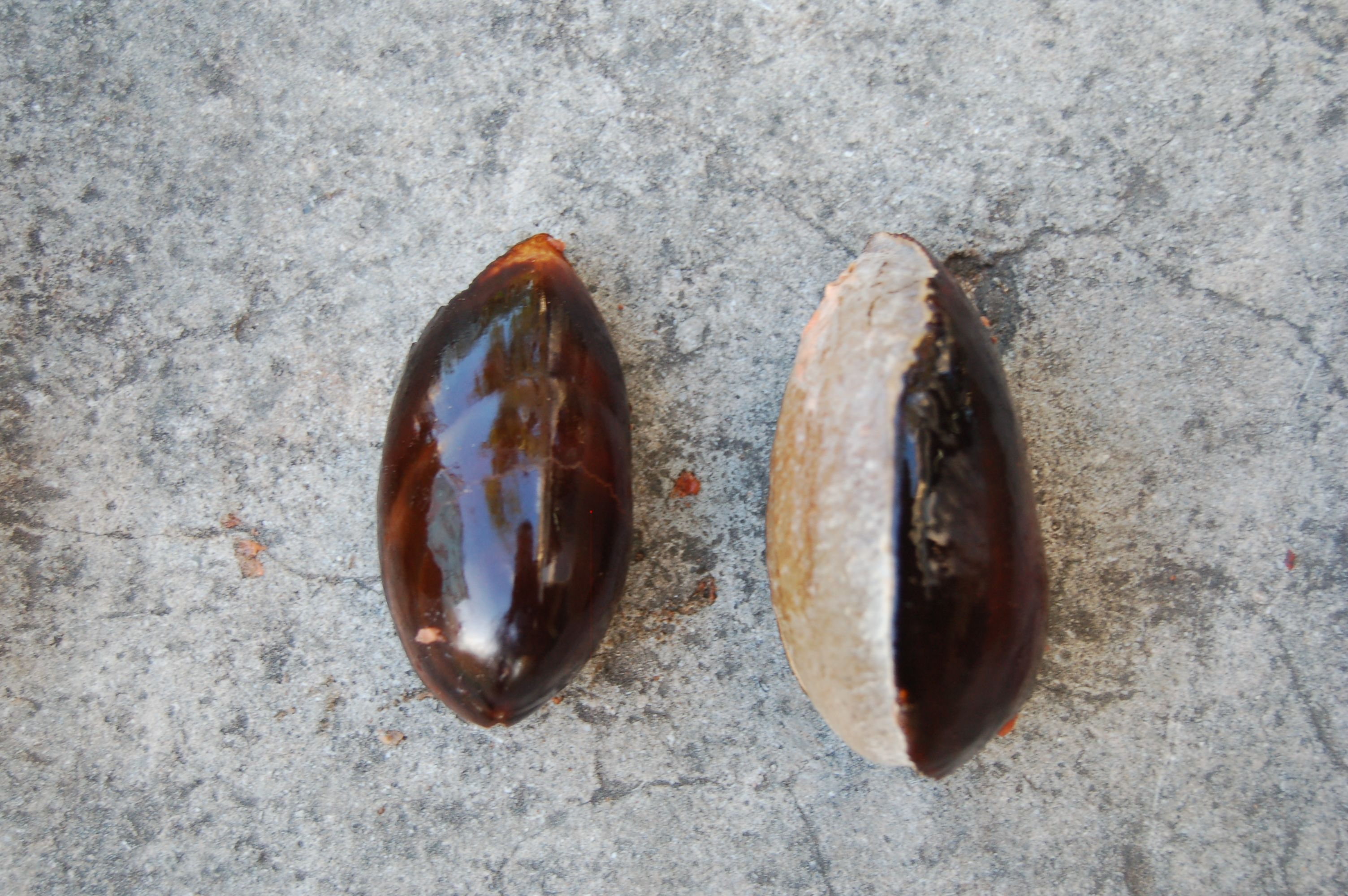
Große Sapote (Samen)
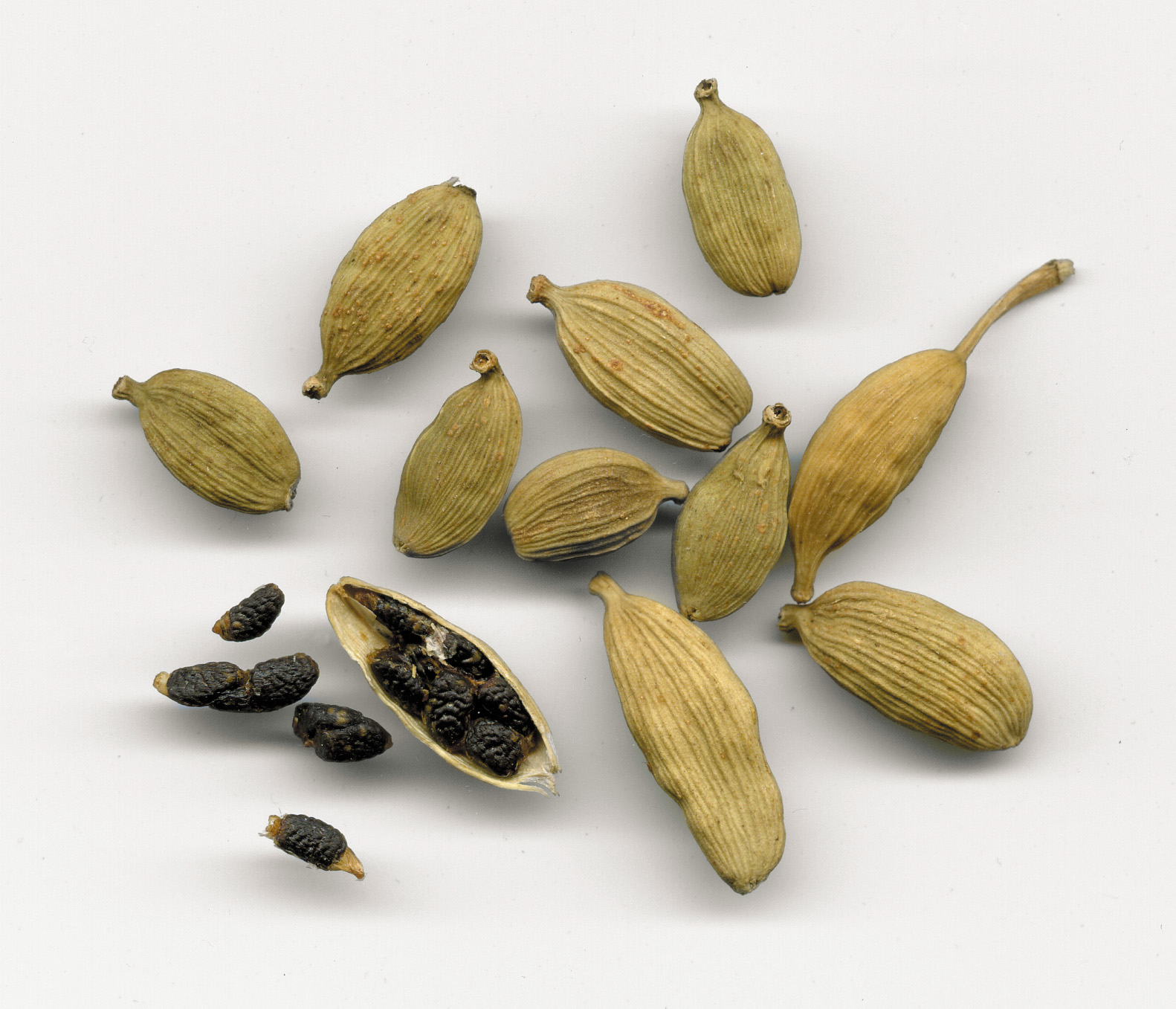
Grüner Kardamom
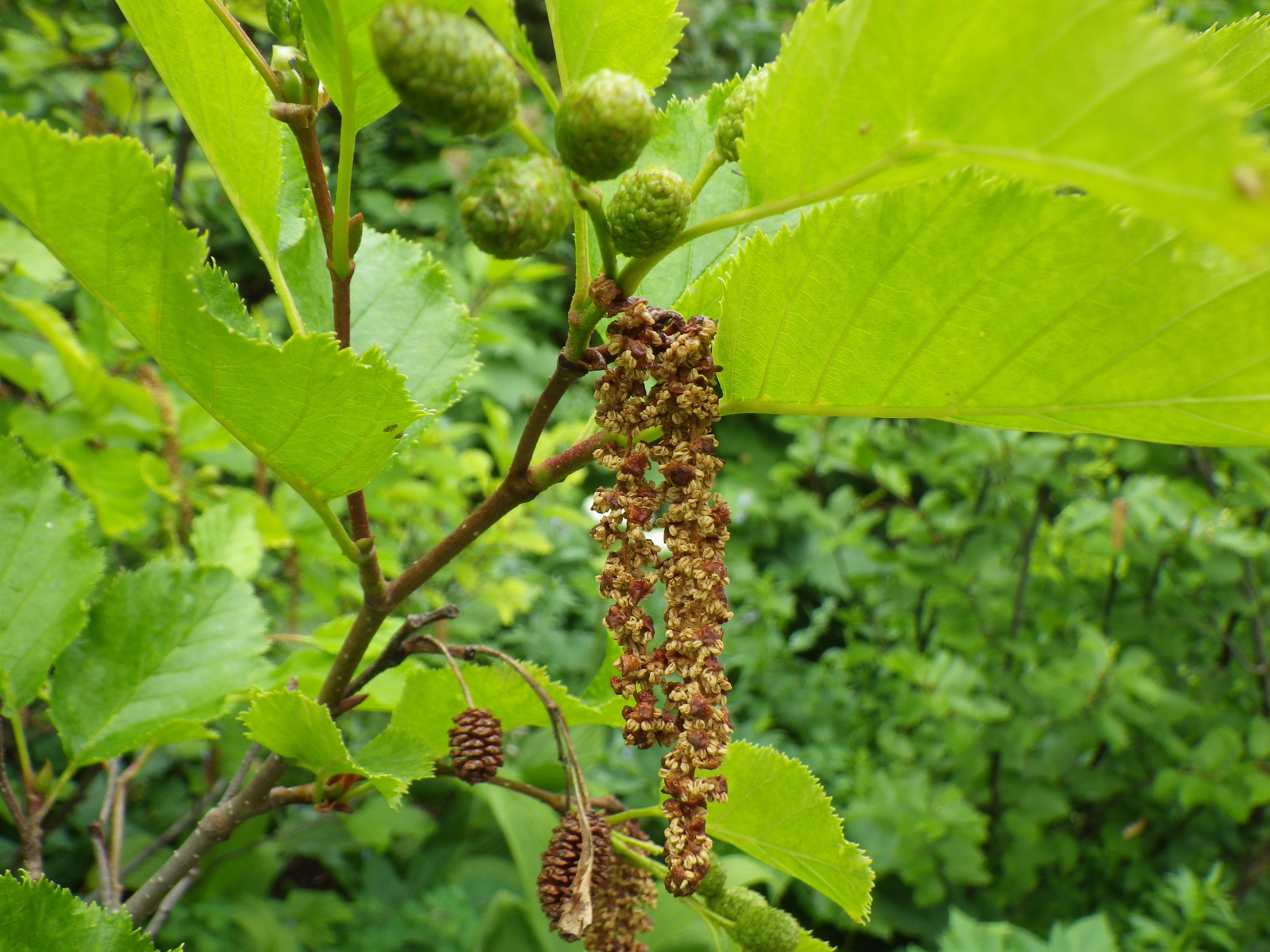
Grün-Erle (Green Alder Pepper, Dune Pepper) (Blütenstand)
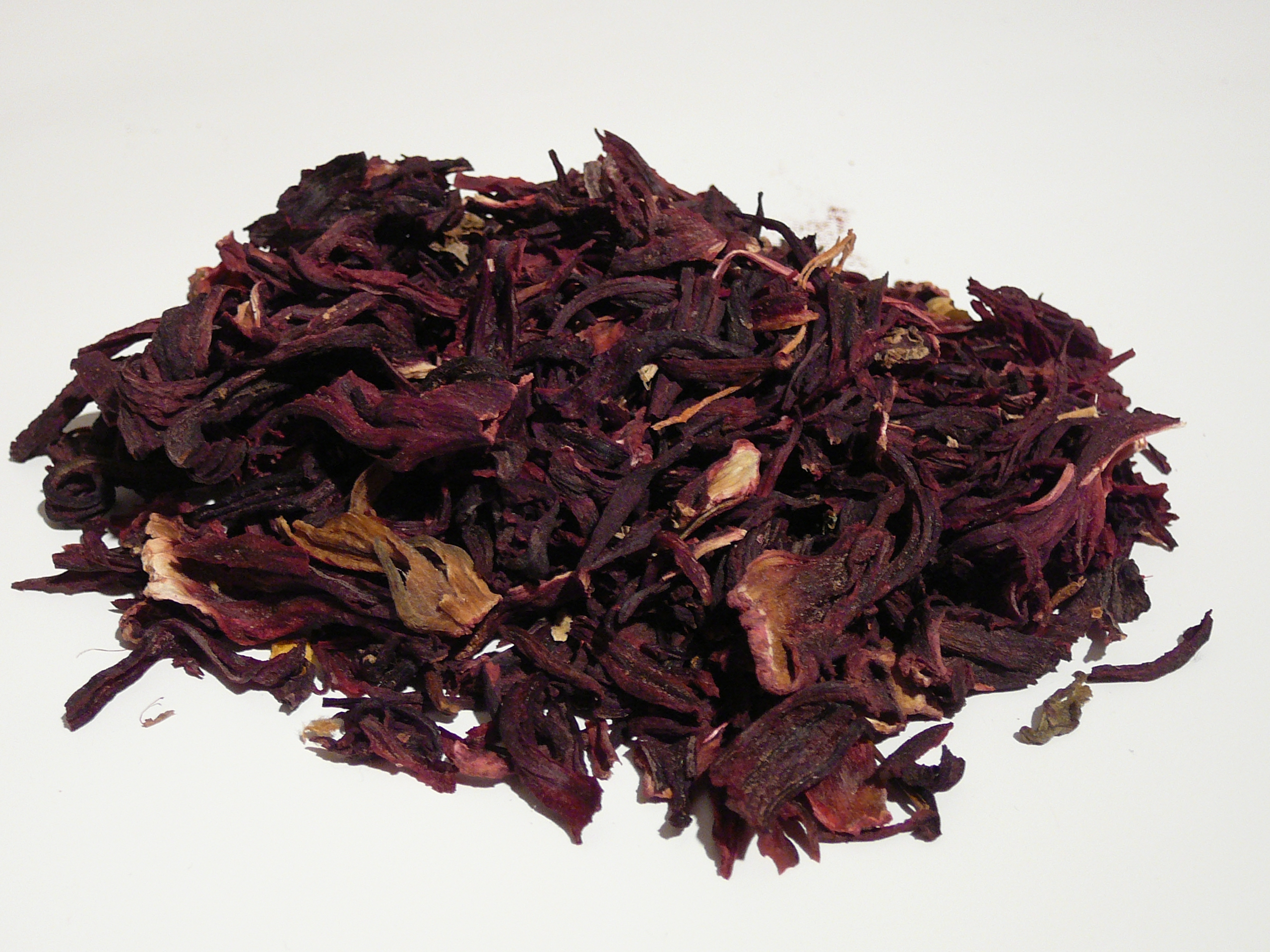
Hibiskus (Kelch und Außenkelch) (ähnlich mit Blüten von Bombax costatum, Bombax ceiba, Bombax buonopozense) (siehe auch Gemüse)
Houttuynia cordata
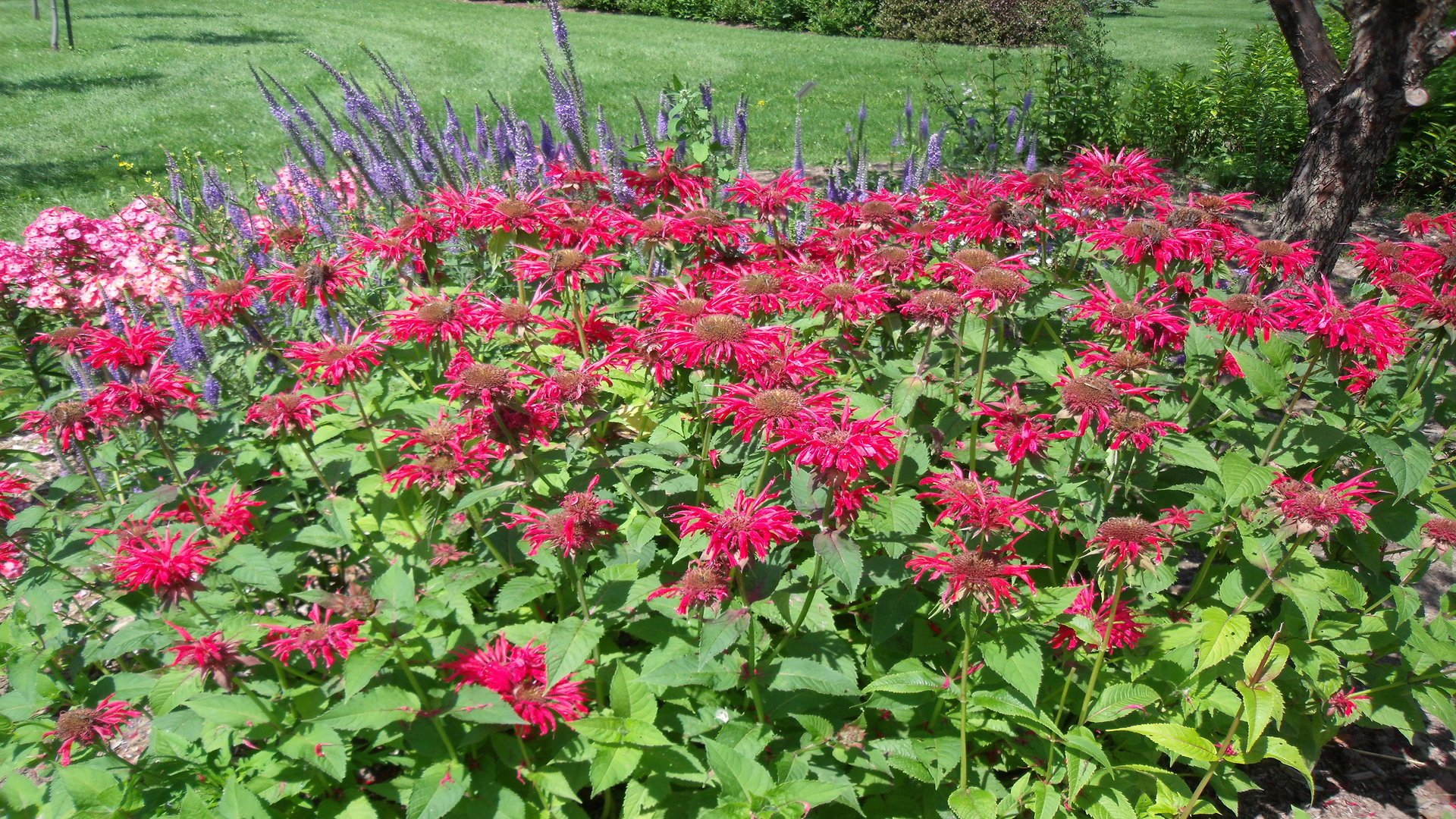
Indianernessel (ähnlich sind Wilde Bergamotte, Pferdeminze)
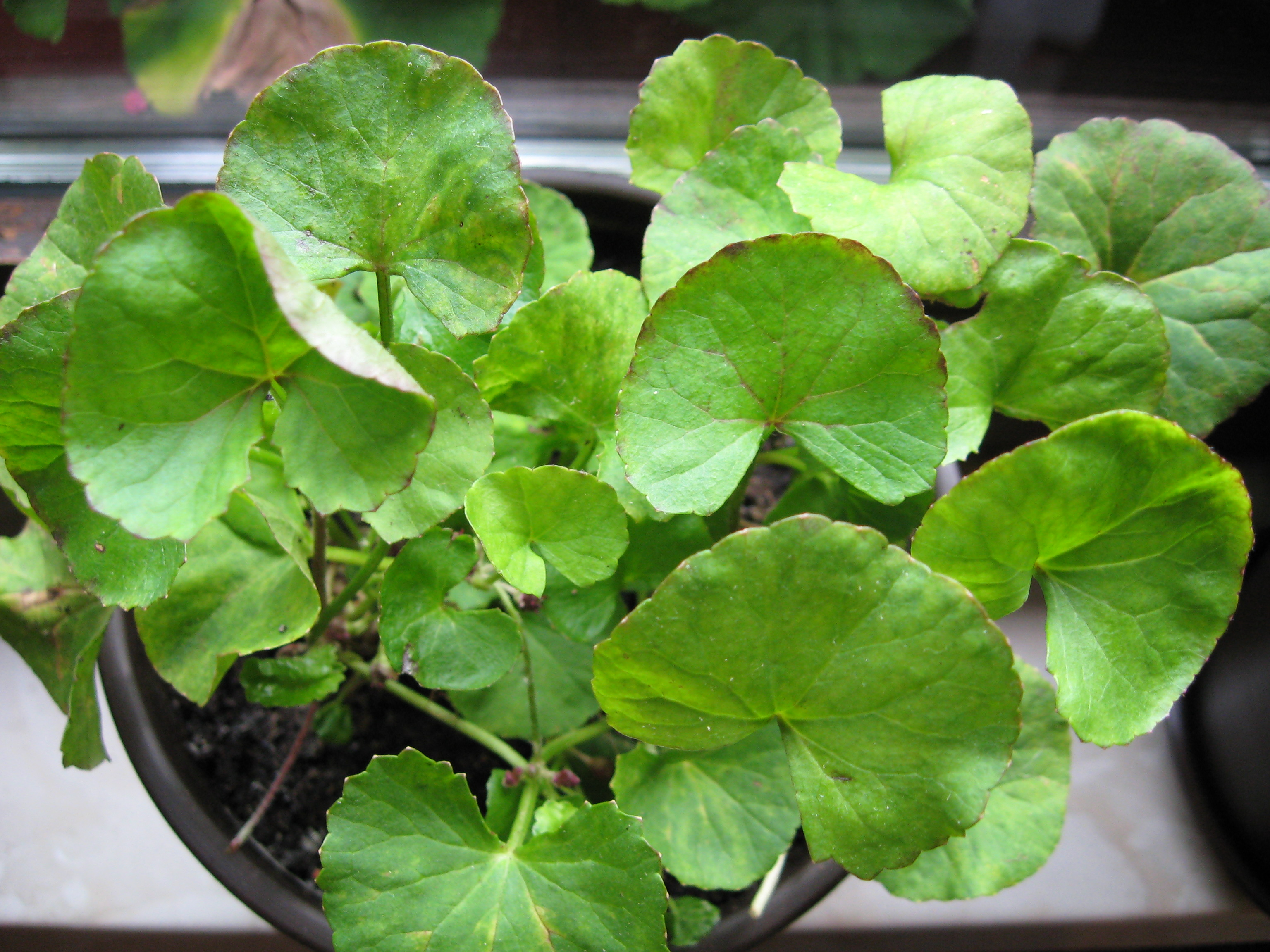
Indischer Wassernabel
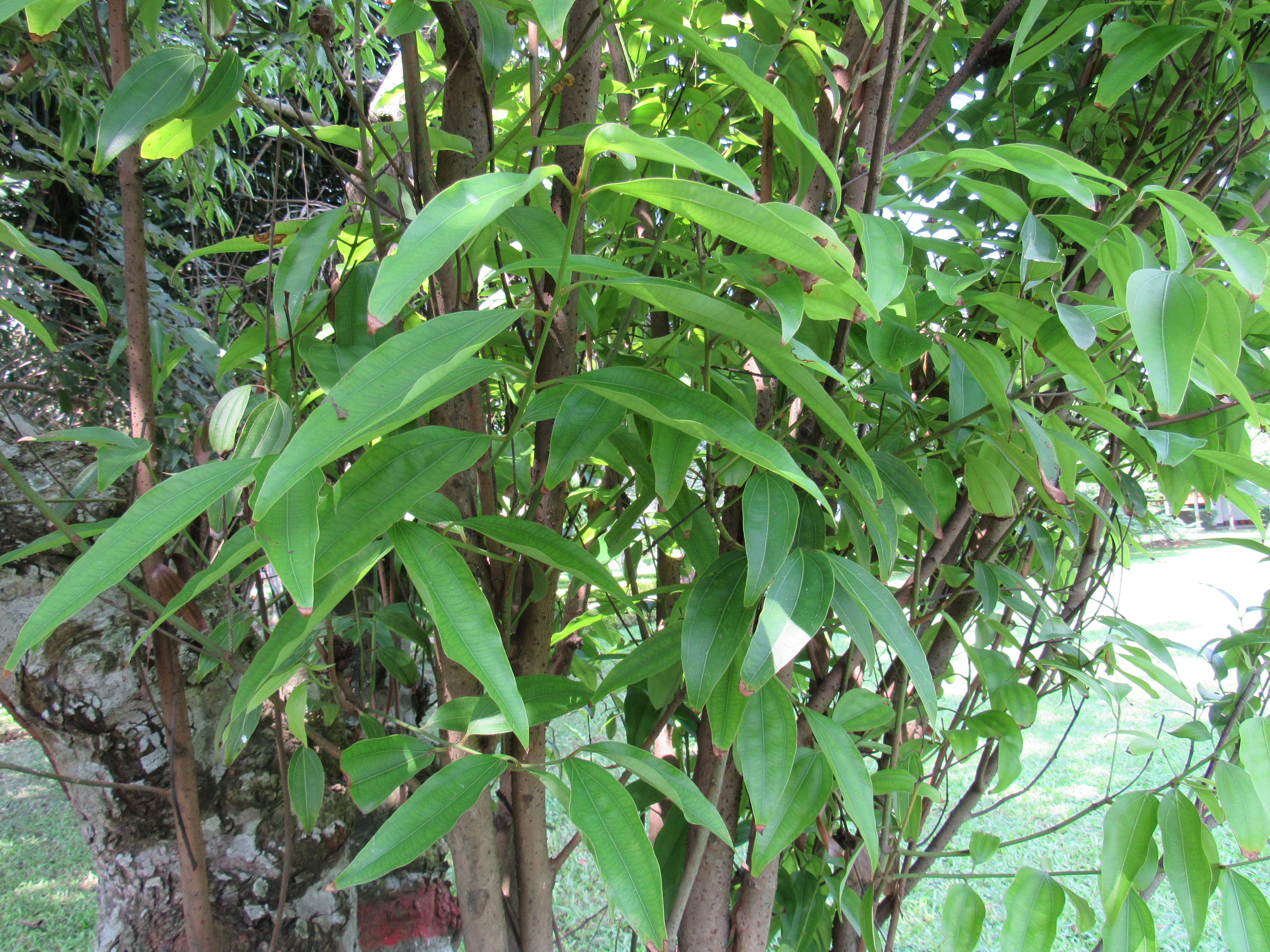
Indisches Lorbeerblatt (Tejpat)
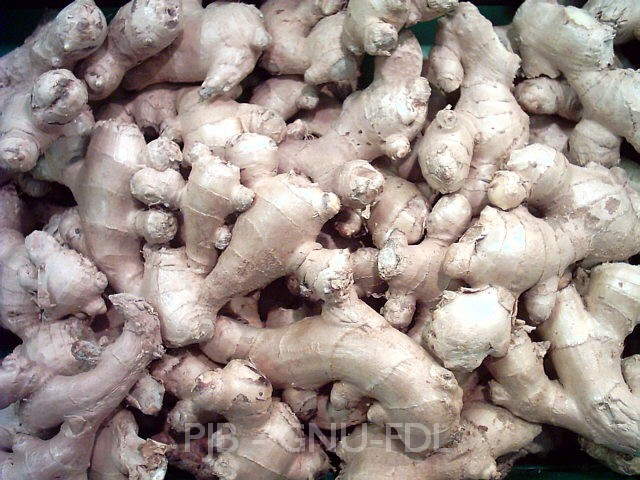
Ingwer (auch Blätter)
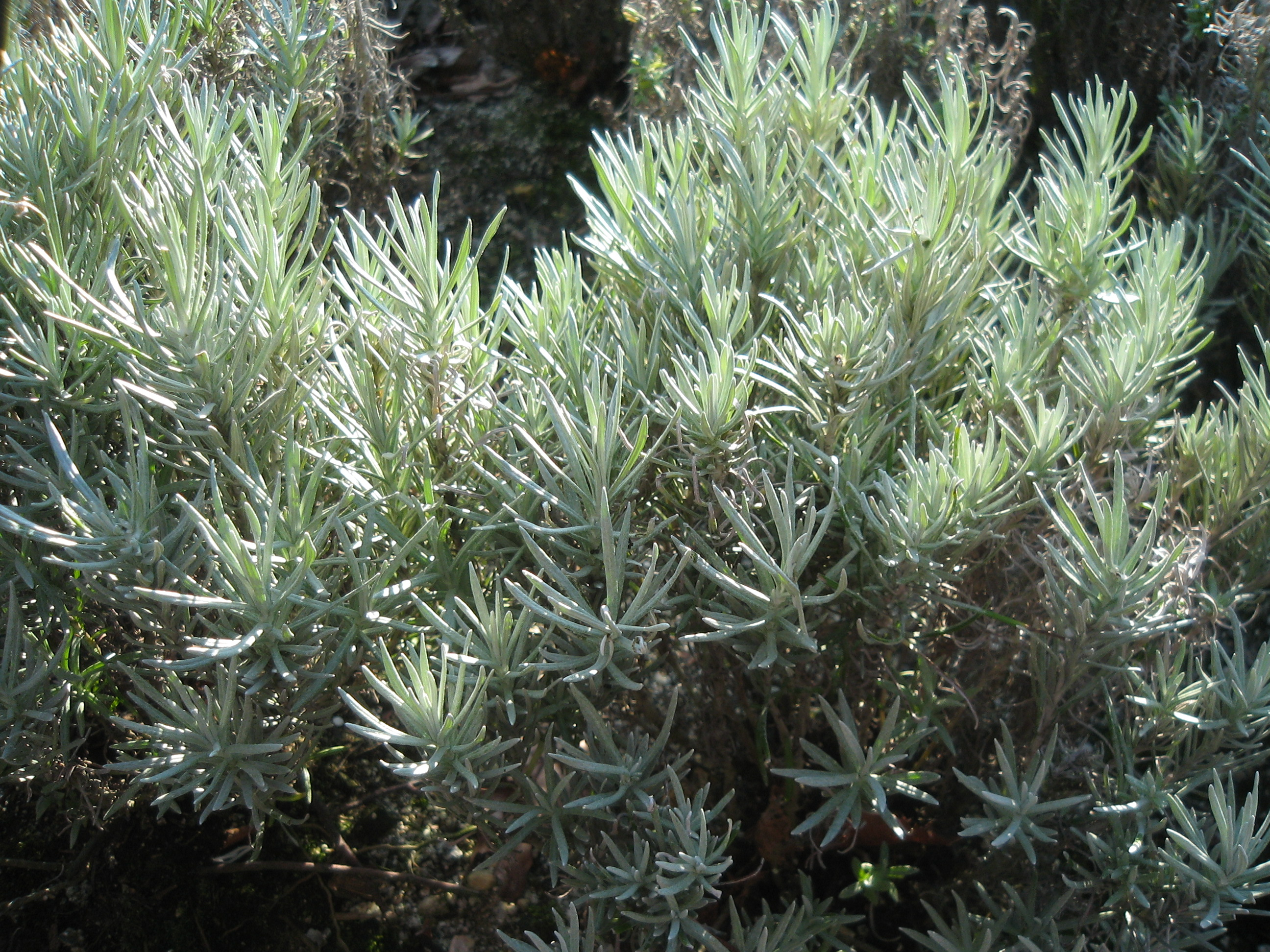
Italienische Strohblume (Currykraut, Immortelle)
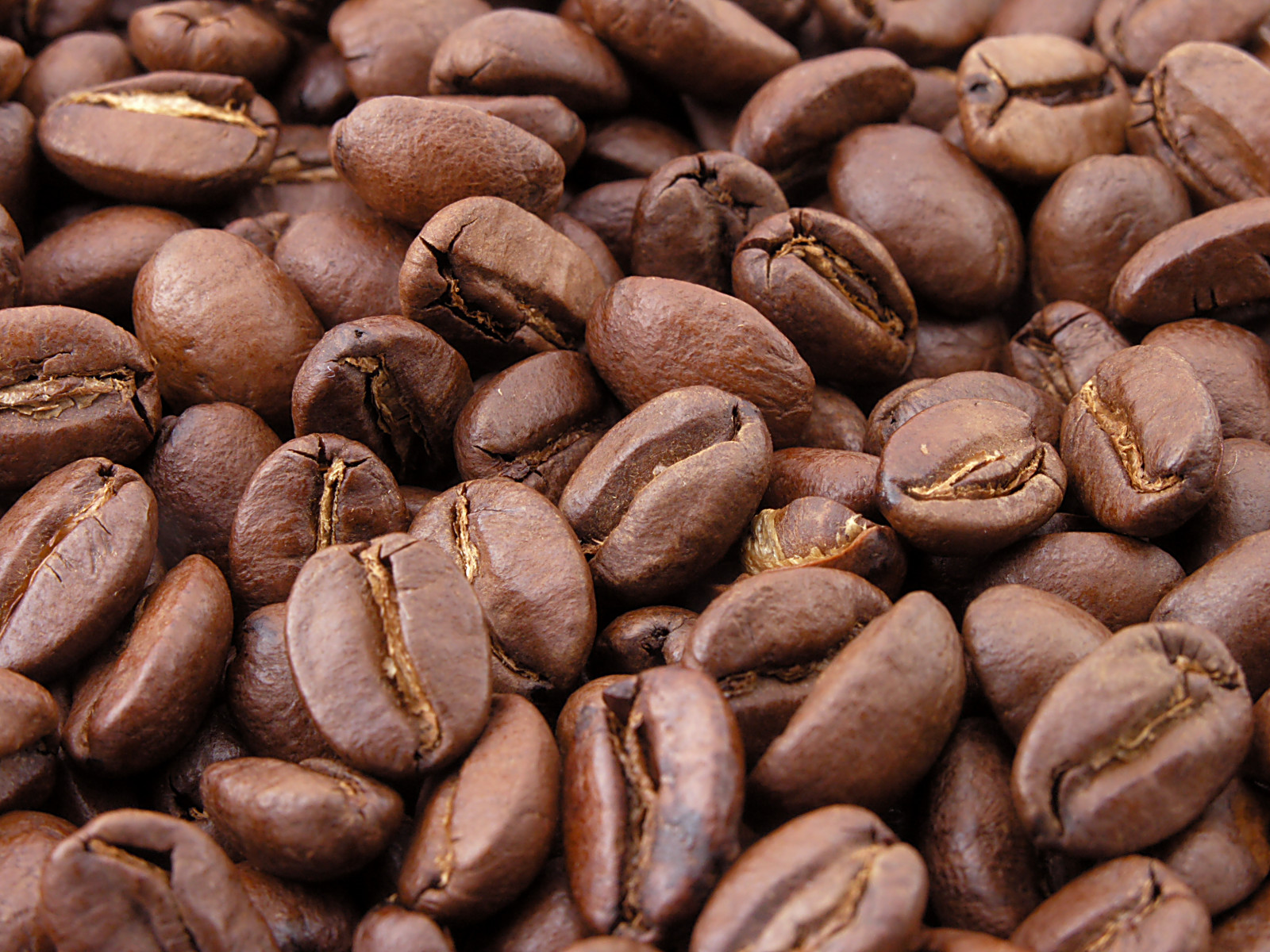
Kaffeebohne
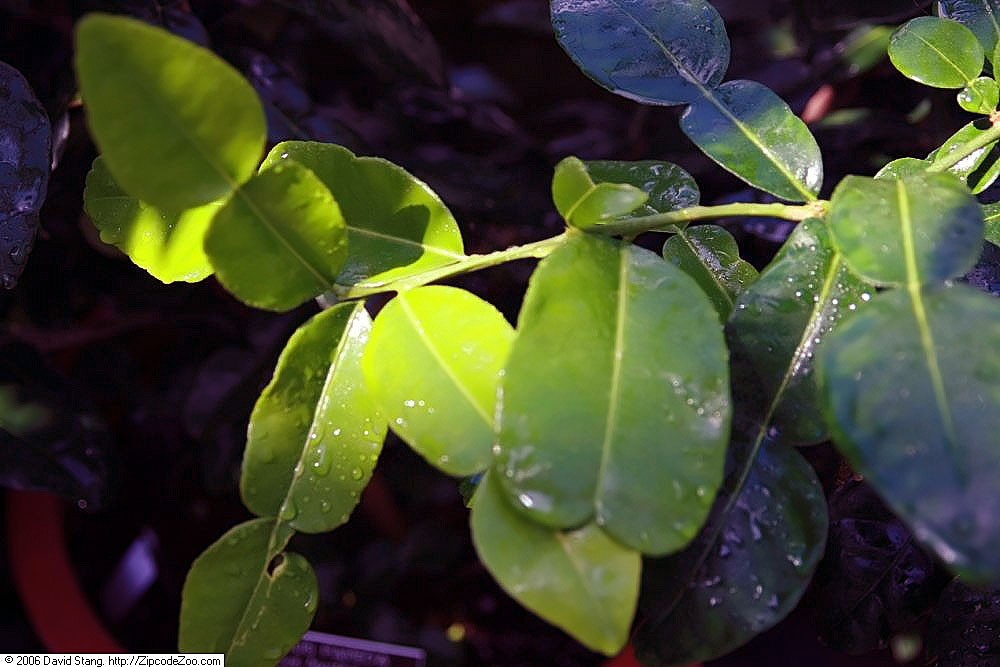
Kaffernlimette (Blätter und Fruchtschale)
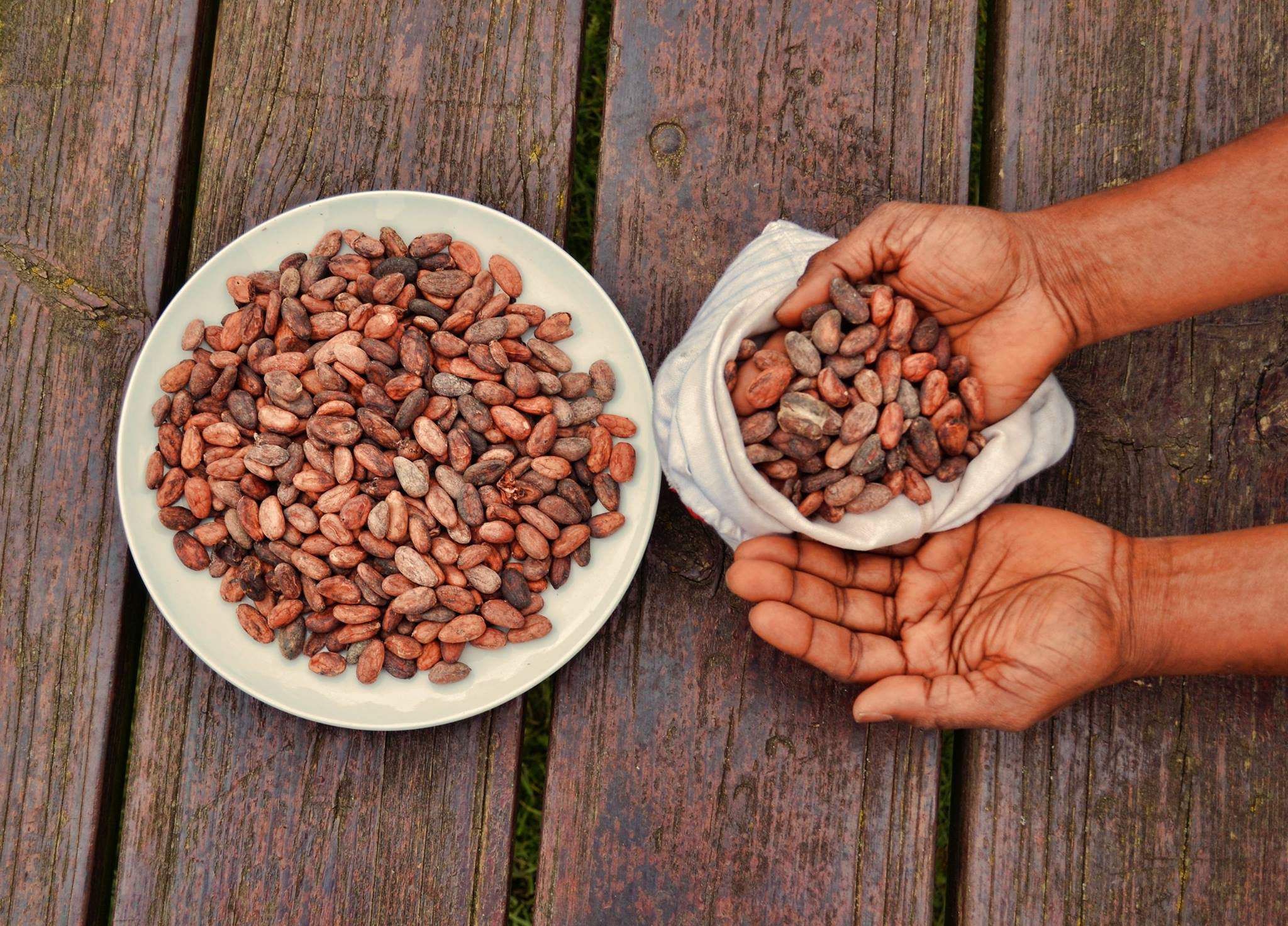
Kakaobohne
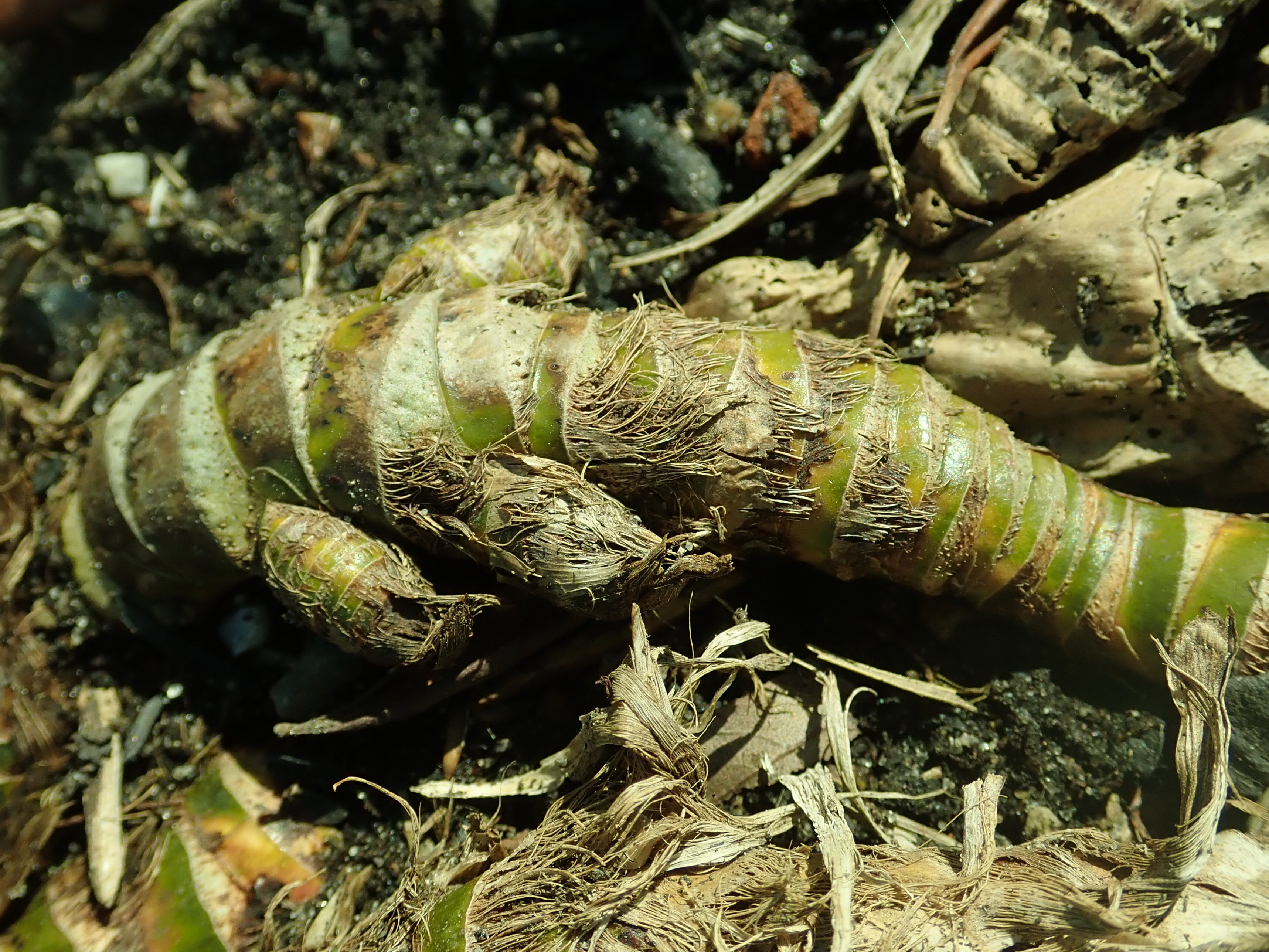
Kalmus (Wurzeln; meist getrocknet oder roh als Gewürz) (auch junge Blätter als Gewürz) (siehe auch Gemüse)
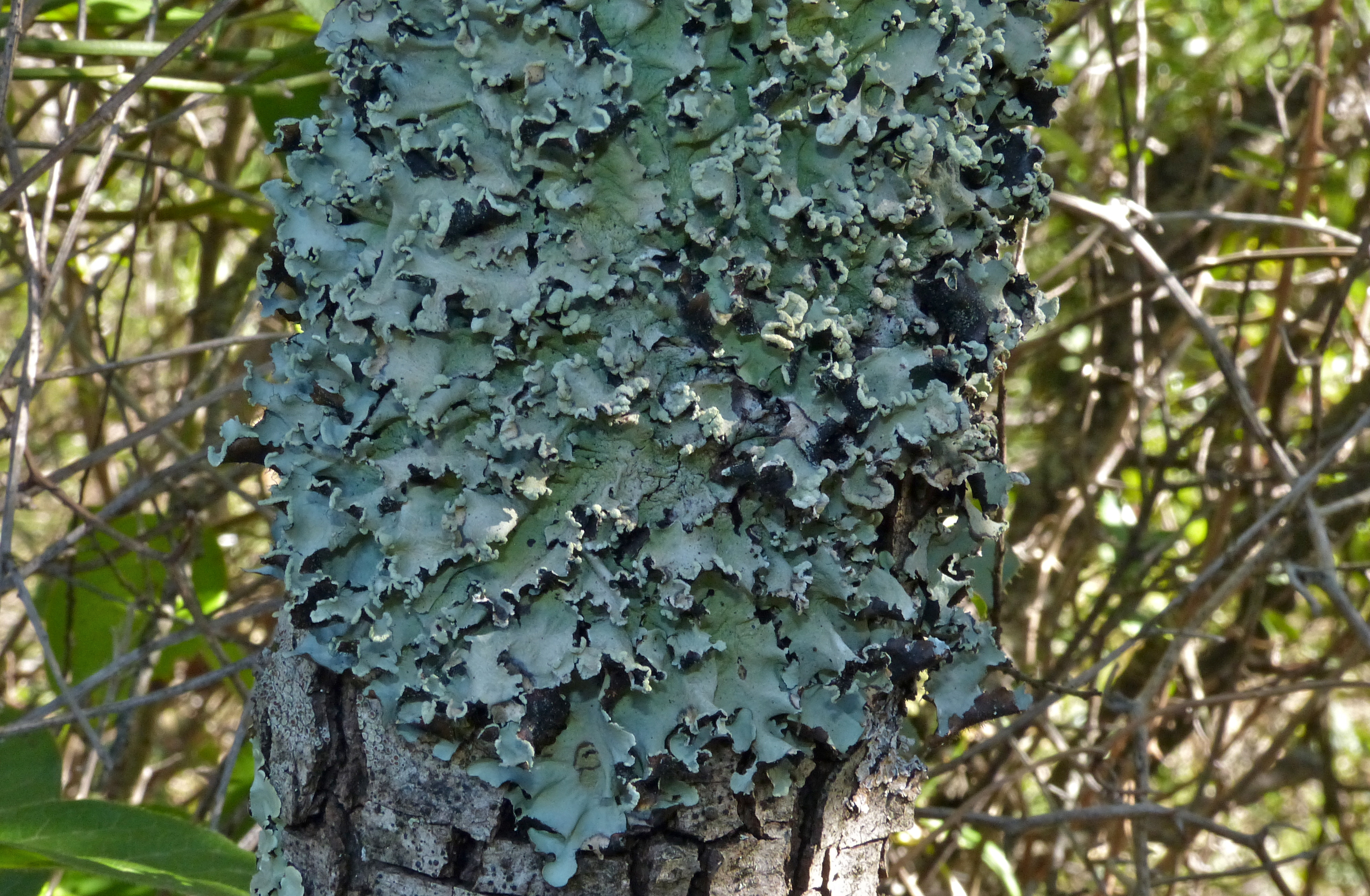
Kalpasi
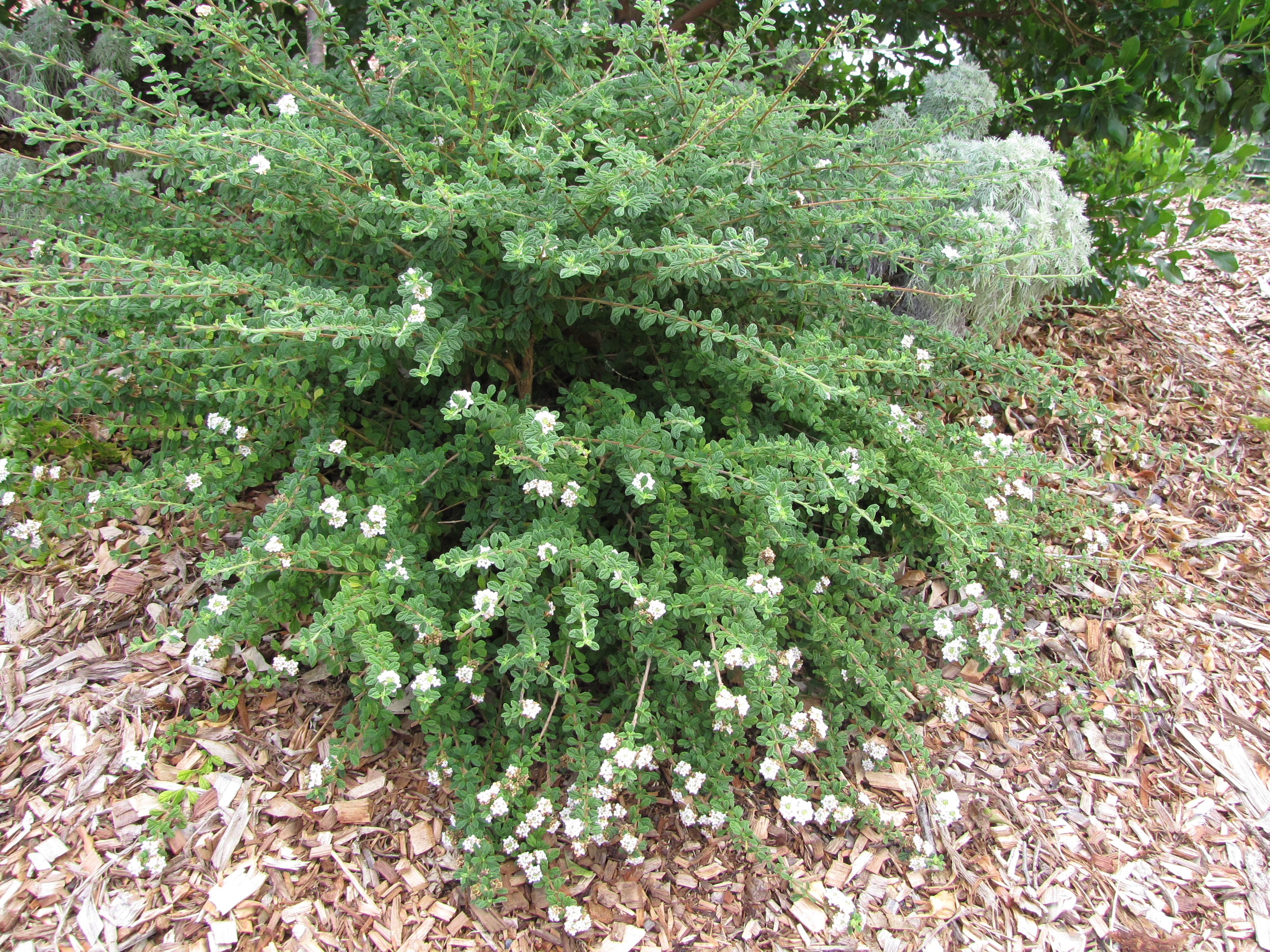
Karibischer Oregano
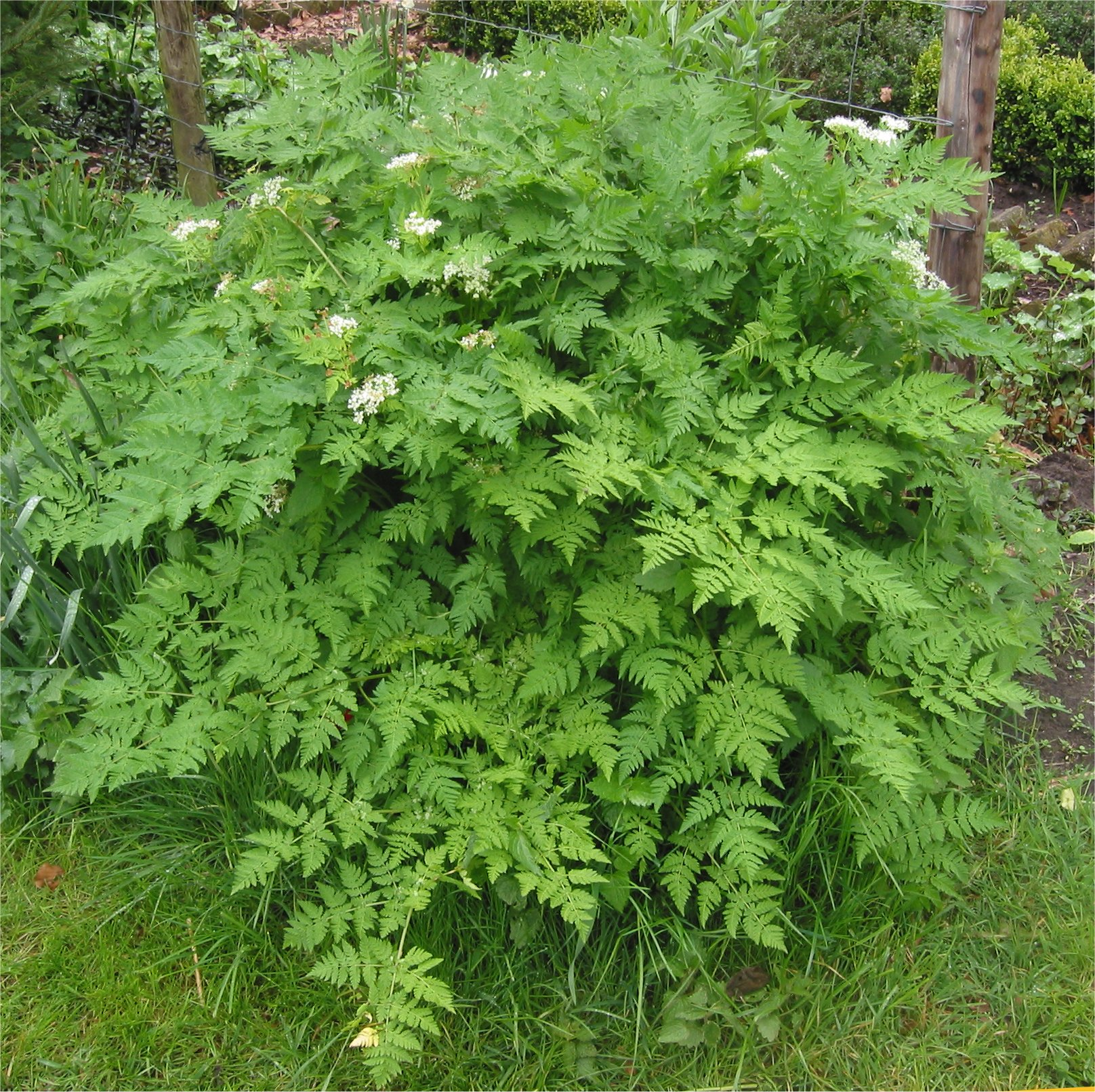
Kerbel (auch Wiesen-Kerbel, Hunds-Kerbel)
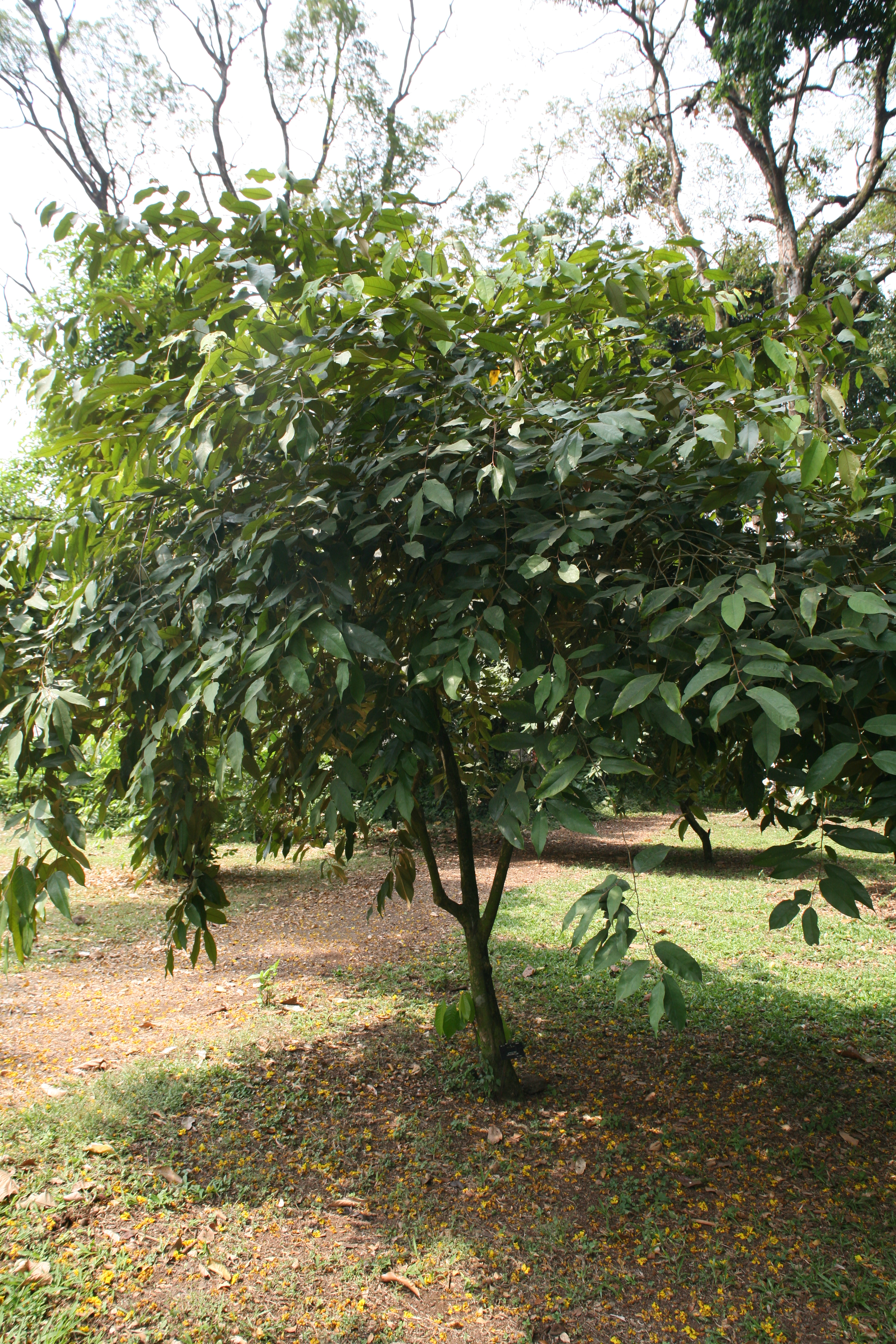
Knoblauchbaum (Afrostyrax kamerunensis, Afrostyrax lepidophyllus, Hua gabonii und Scorodophloeus zenkeri auch Scorodocarpus borneensis) (Samen, Blätter und Rinde)
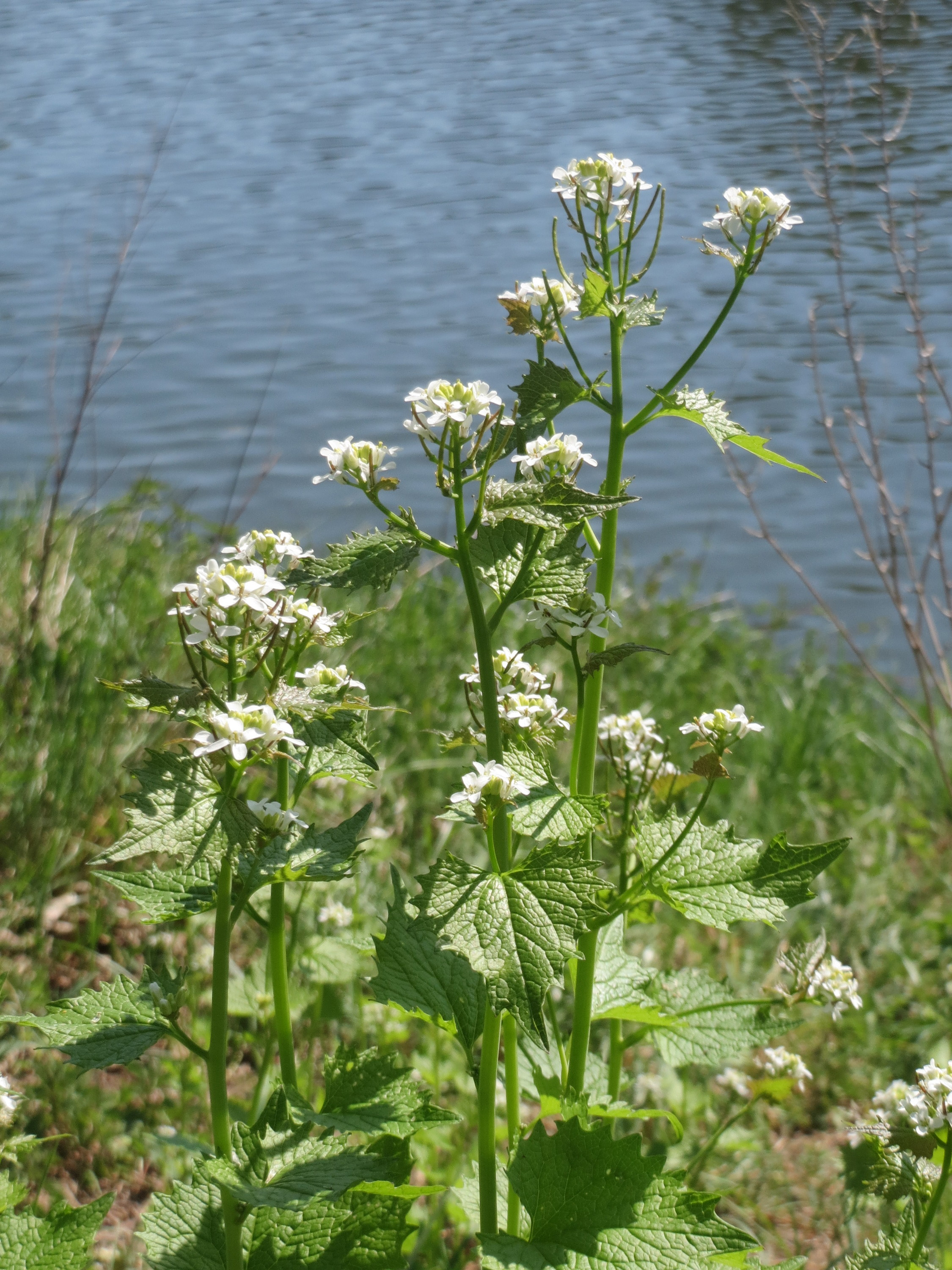
Knoblauchsrauke
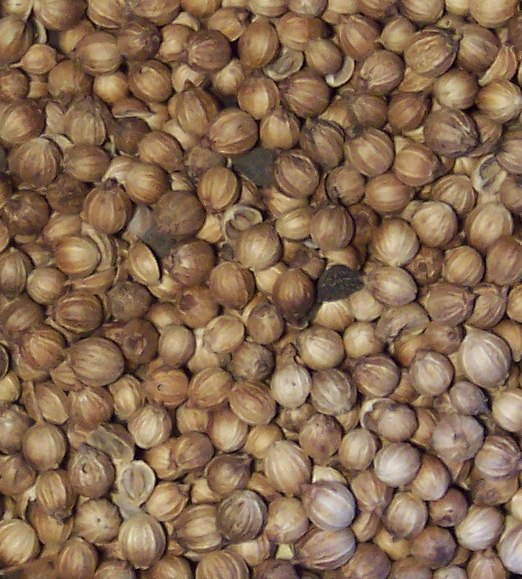
Koriander (Blätter und Samen auch Wurzeln)
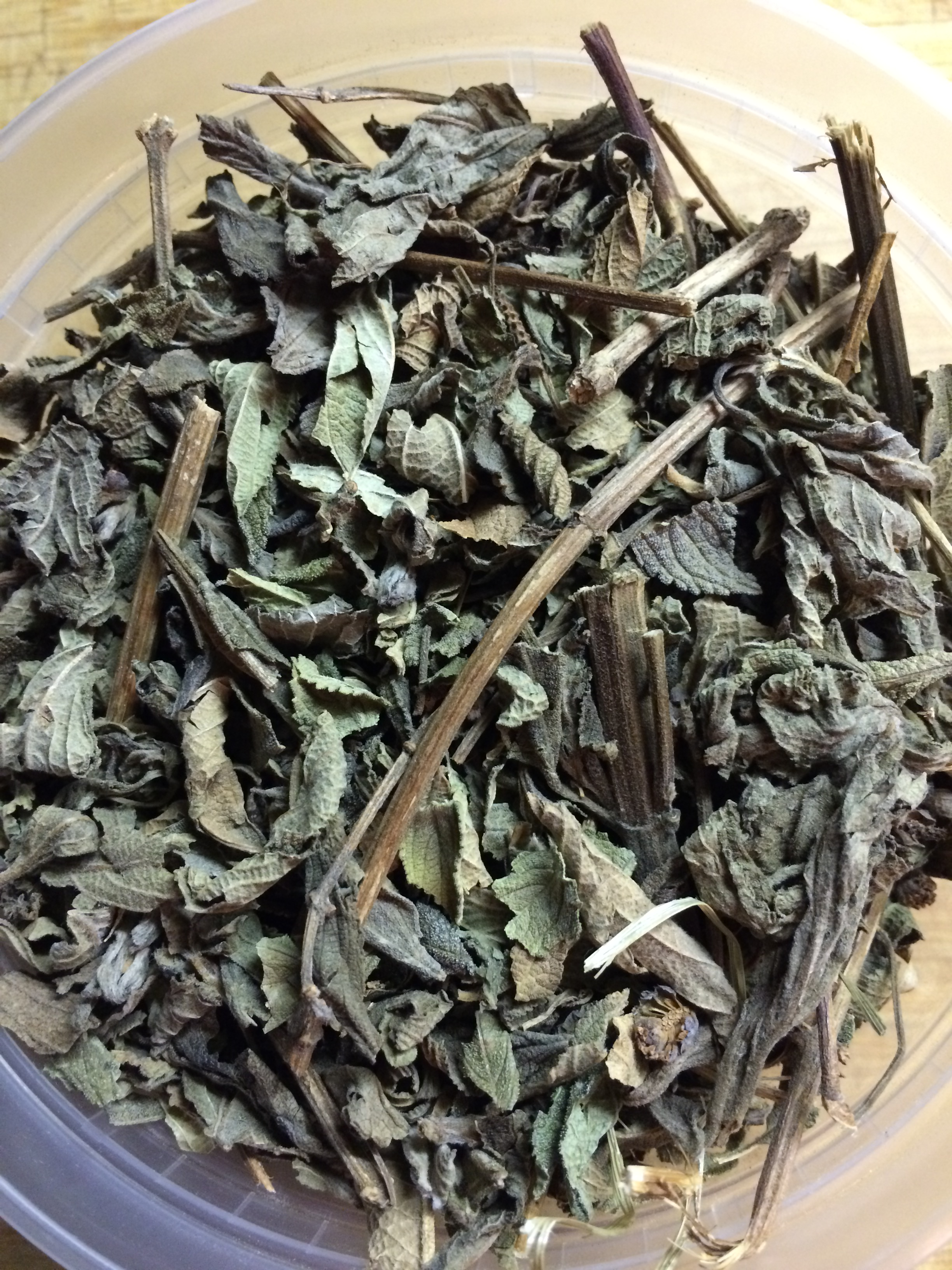
Koseret (Lippia abyssinica, Lippia plicata)
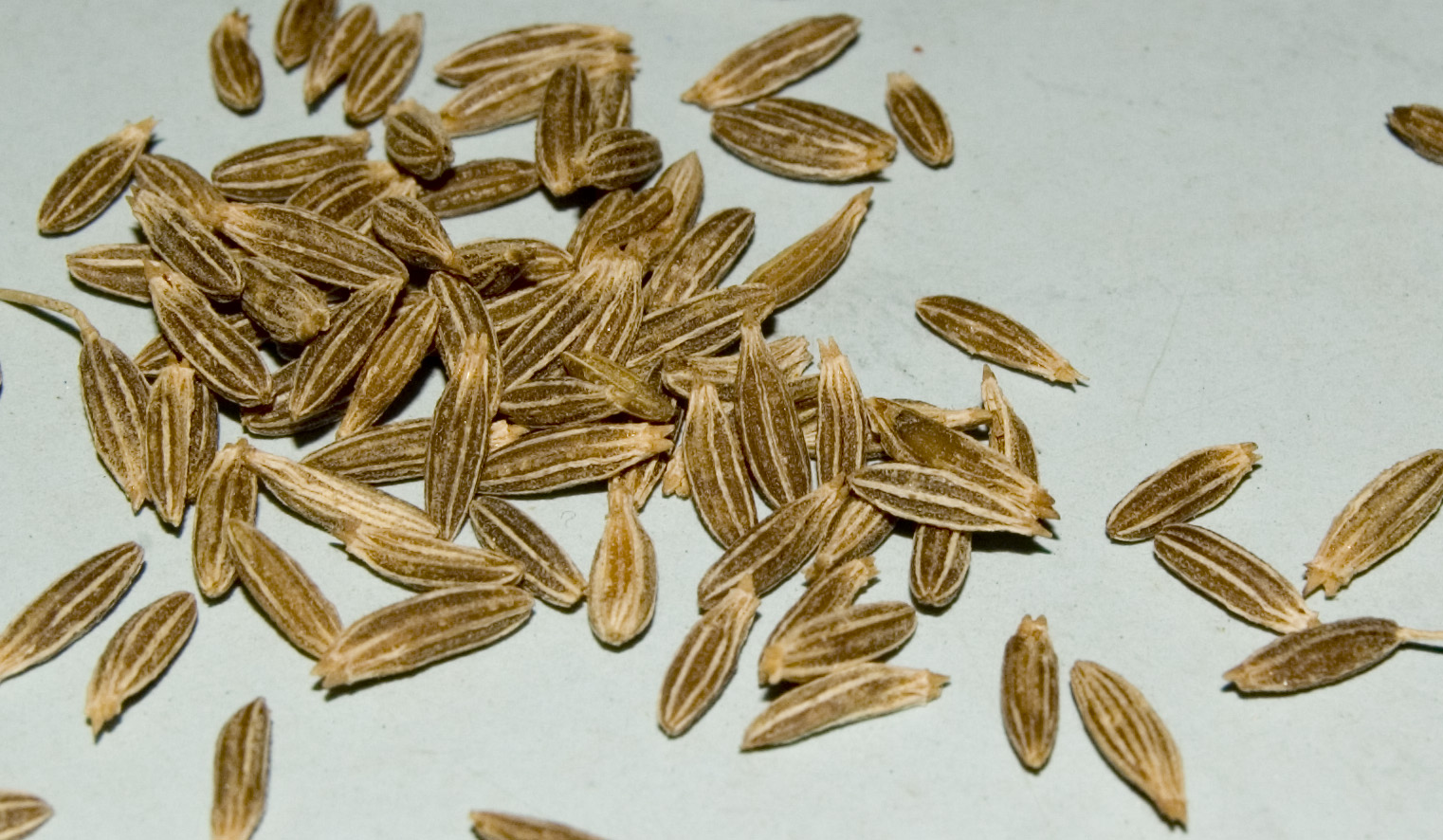
Kreuzkümmel
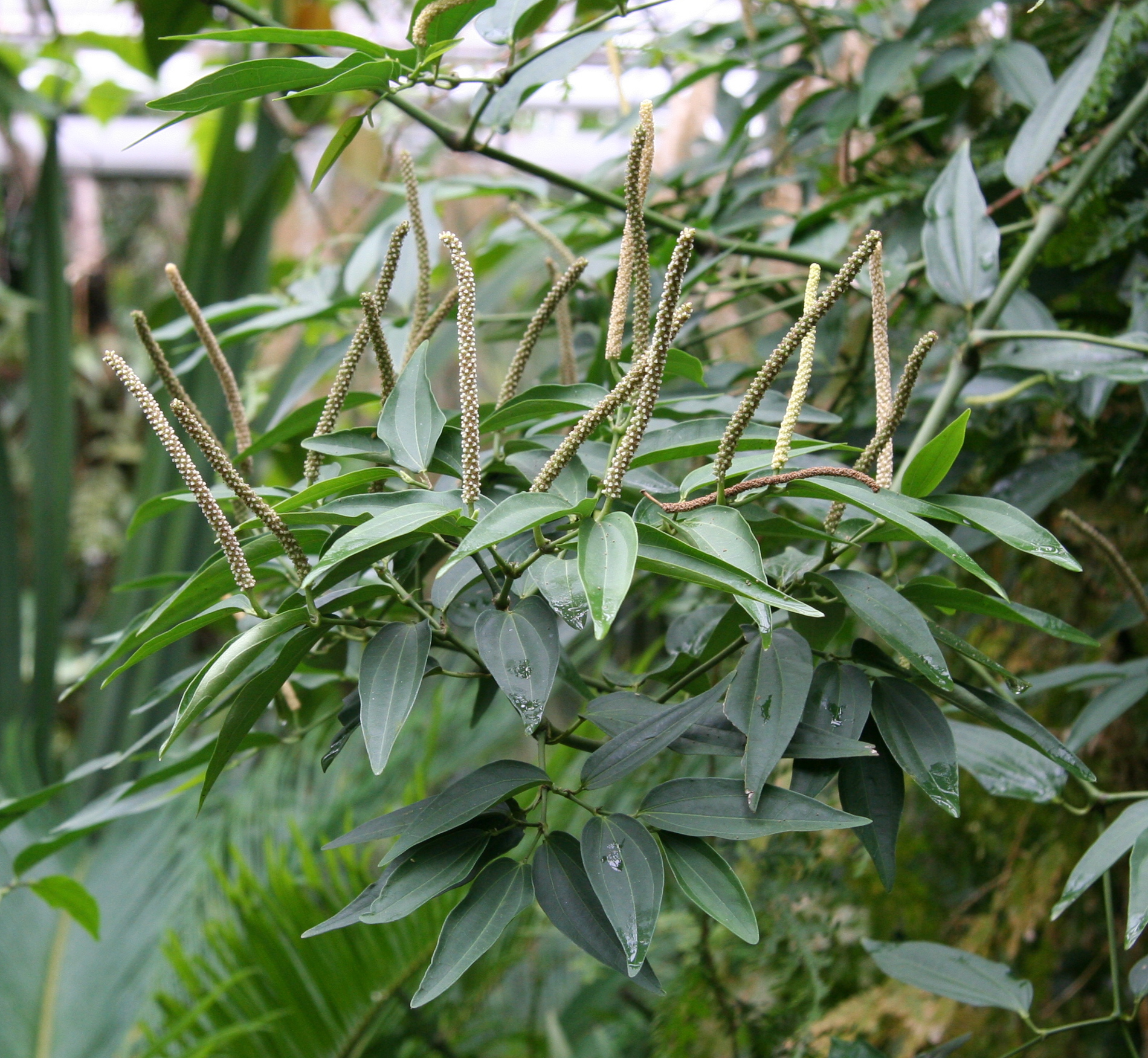
Kubeben-Pfeffer
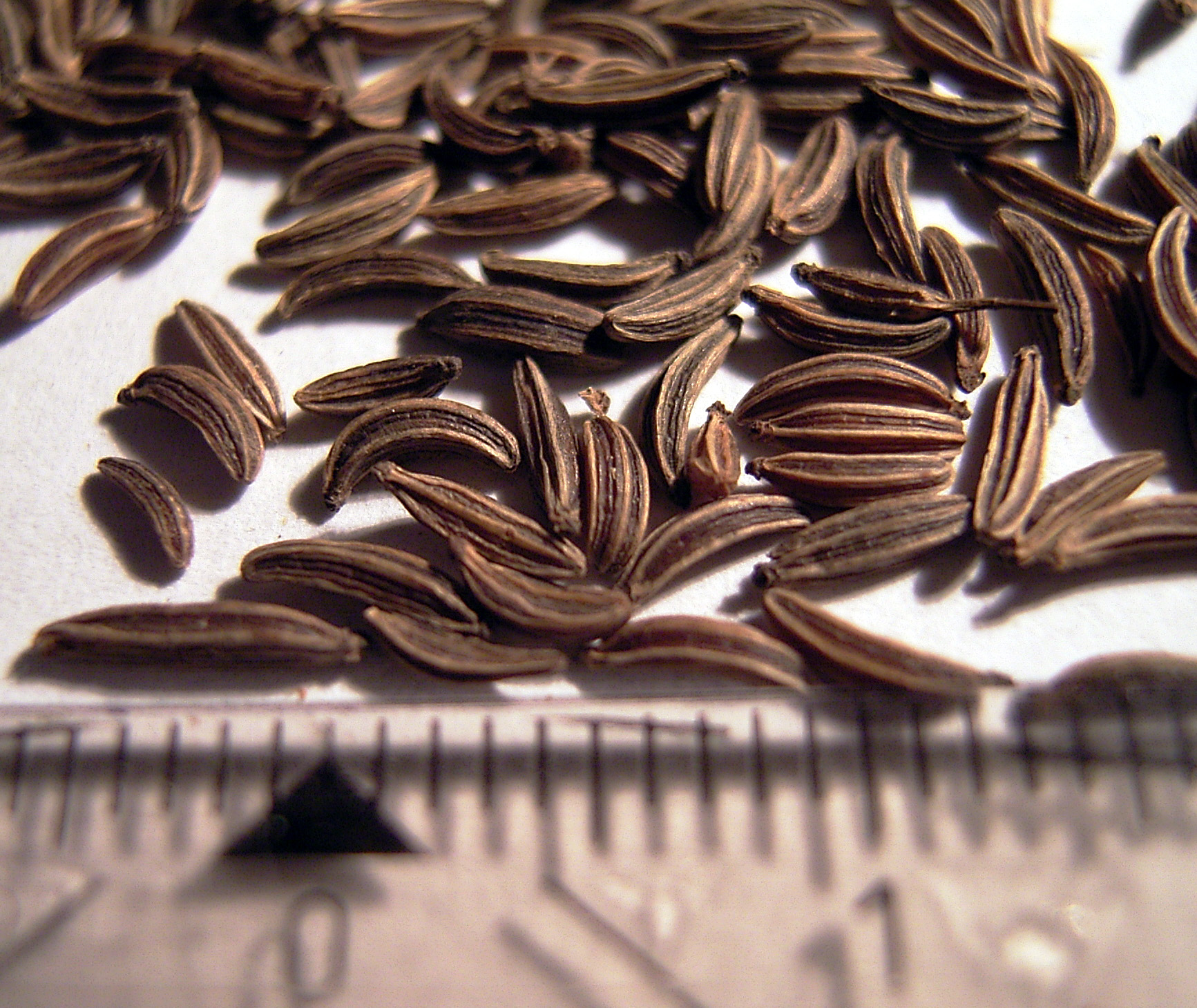
Kümmel
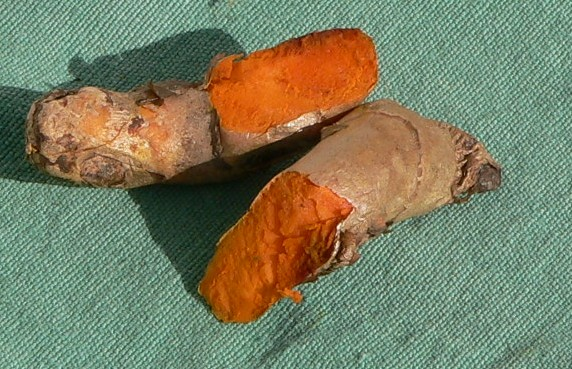
Kurkuma
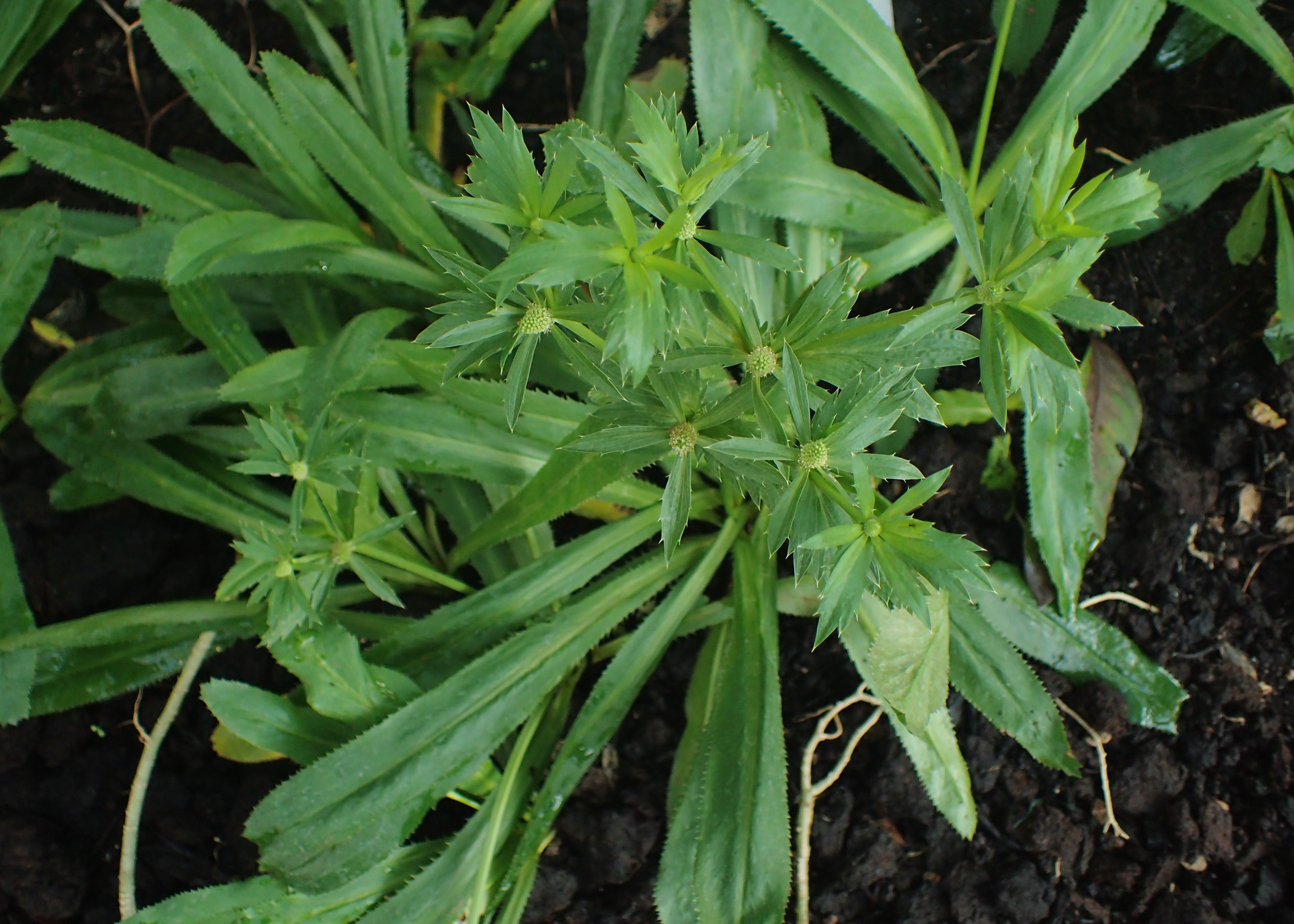
Langer Koriander (Culantro)
Langer Pfeffer
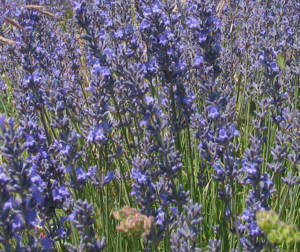
Lavendel
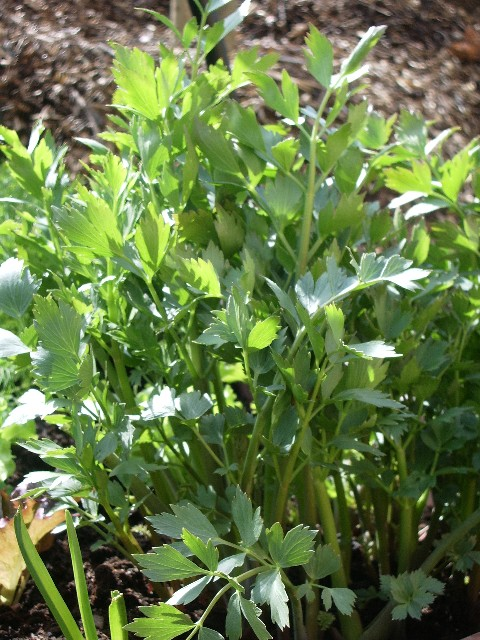
Liebstöckel
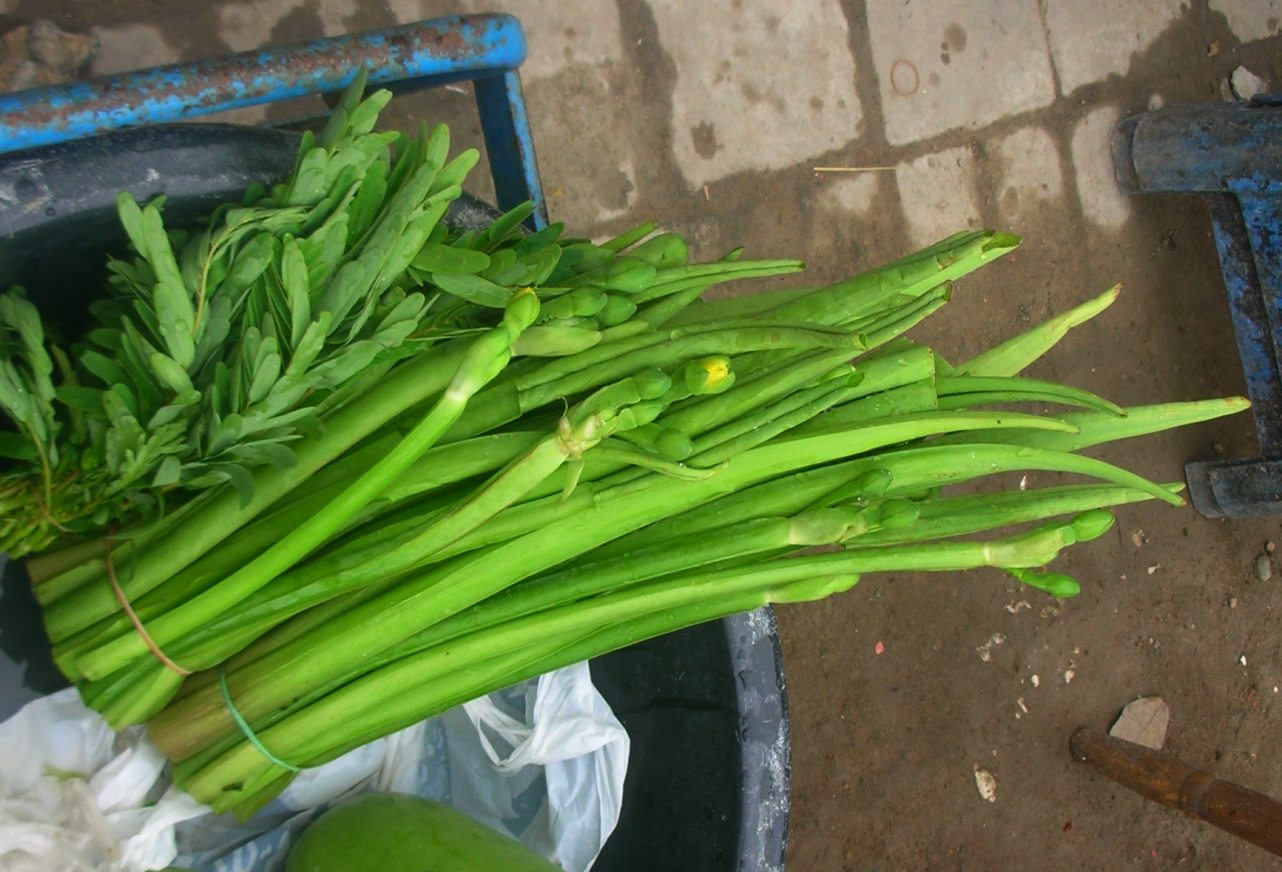
Limnocharis flava (junge Blätter und Pflanzen)
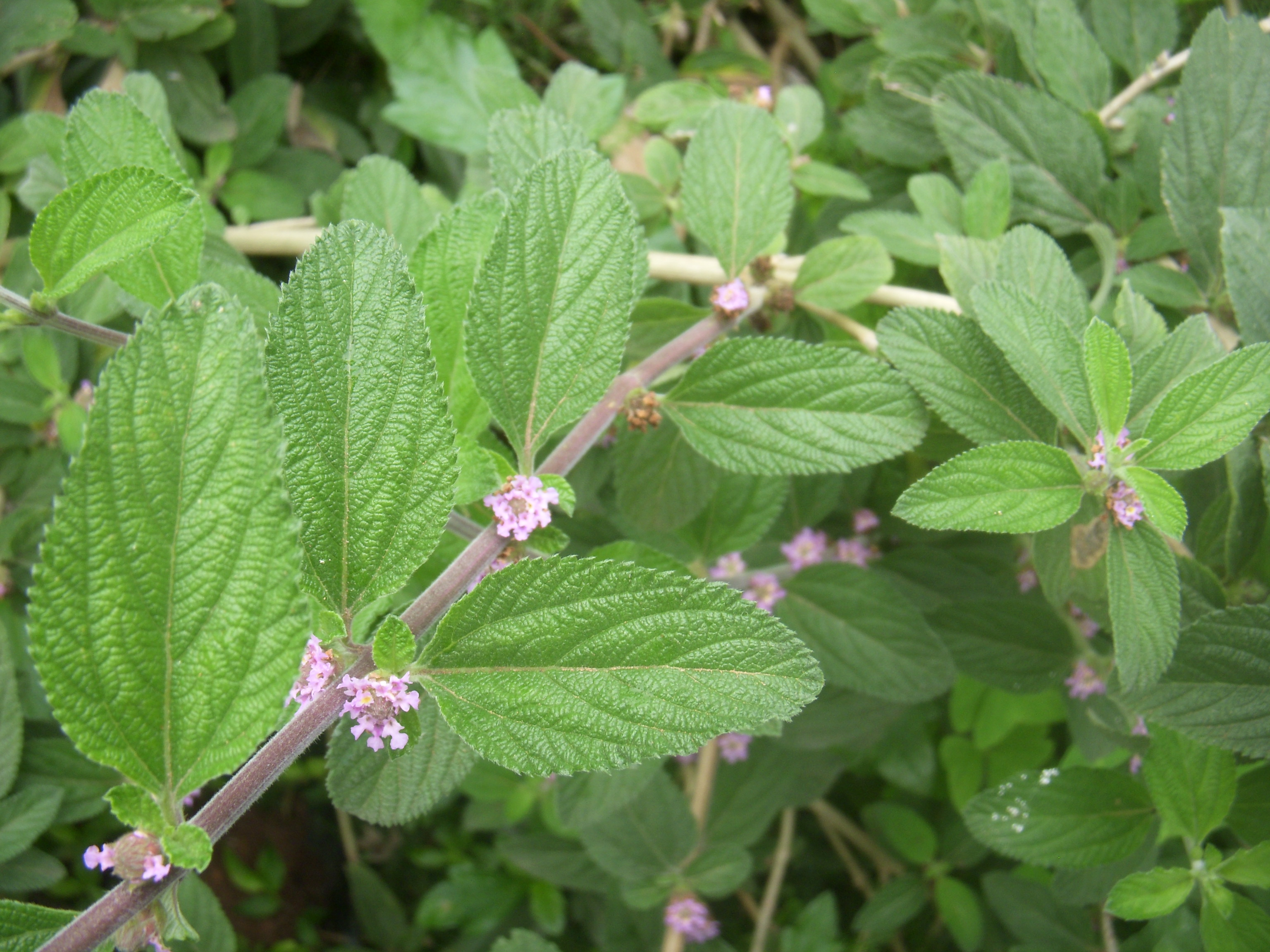
Lippia alba (Blätter mit Anisaroma)
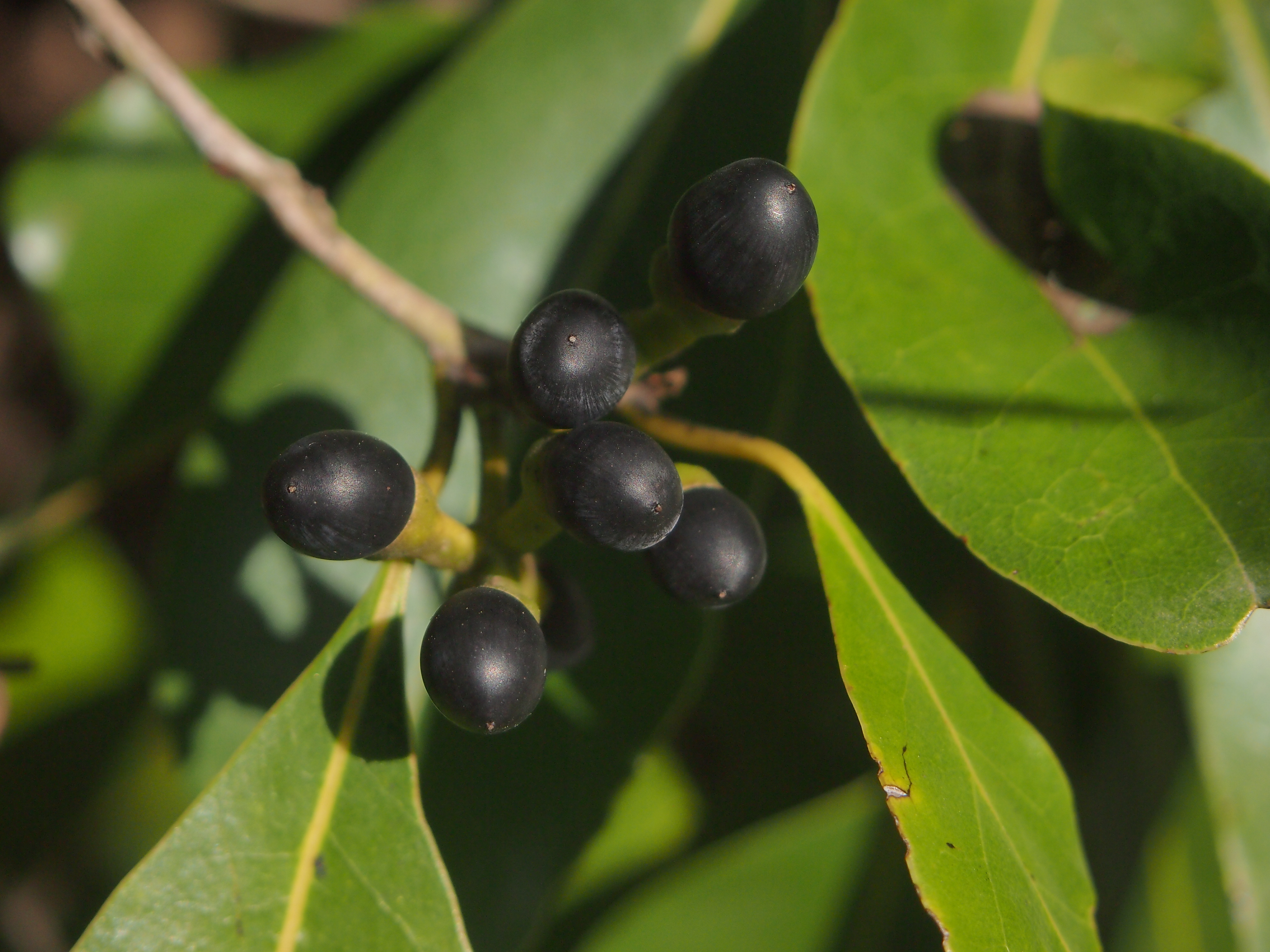
Litsea cubeba (ähnliches Bild) (Ersatz für Kubeben-Pfeffer) (auch Wurzeln, Blätter, Blüten) (auch Litsea pipericarpa)
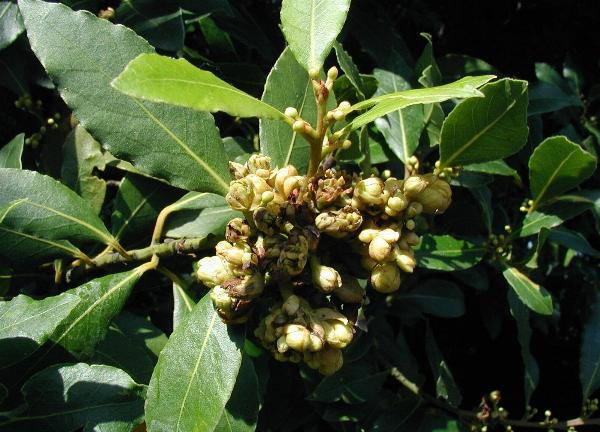
Lorbeer
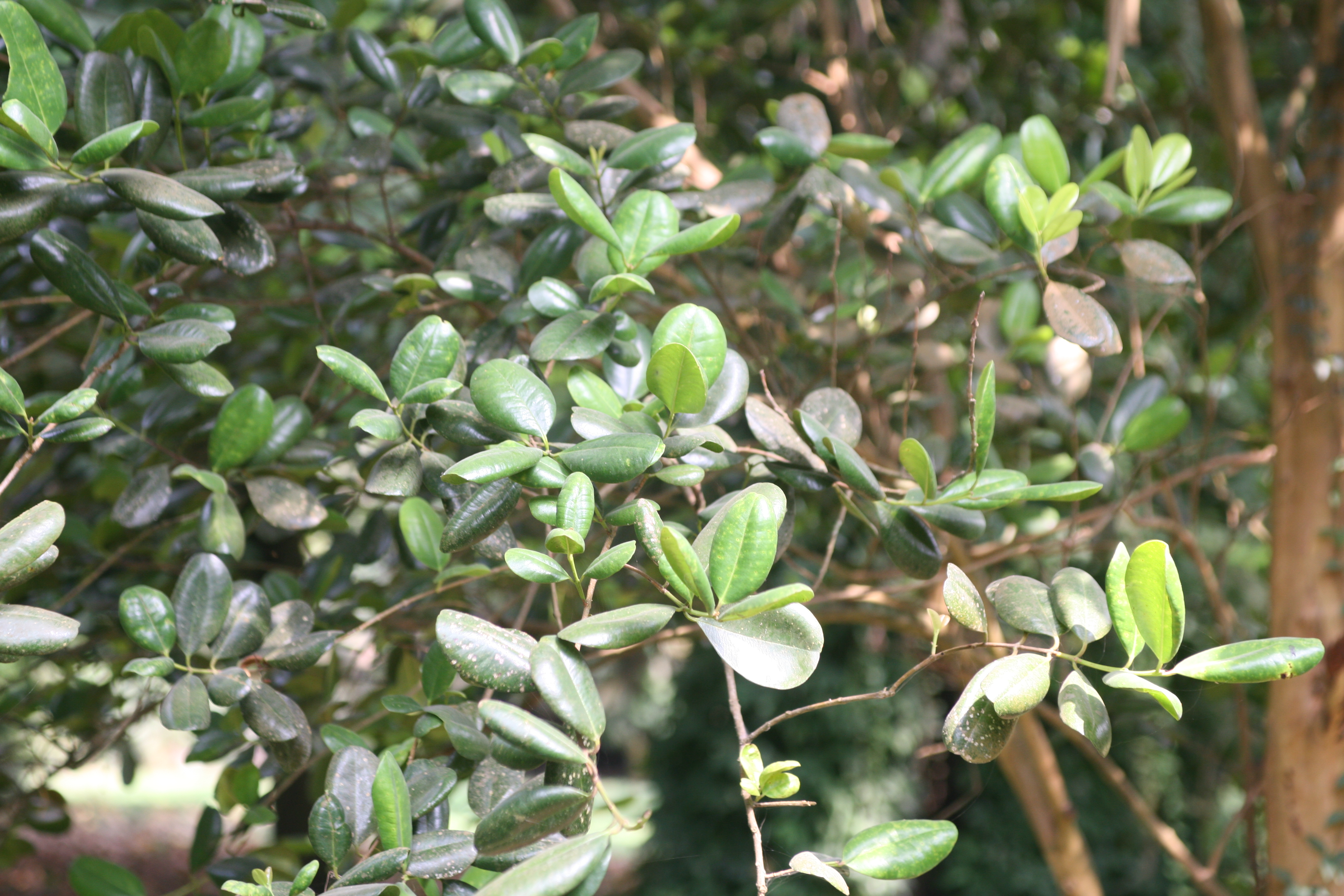
Loorbeerersatz (Pimenta racemosa; Früchte auch als Pimentersatz, Litsea glaucescens, Umbellularia californica)
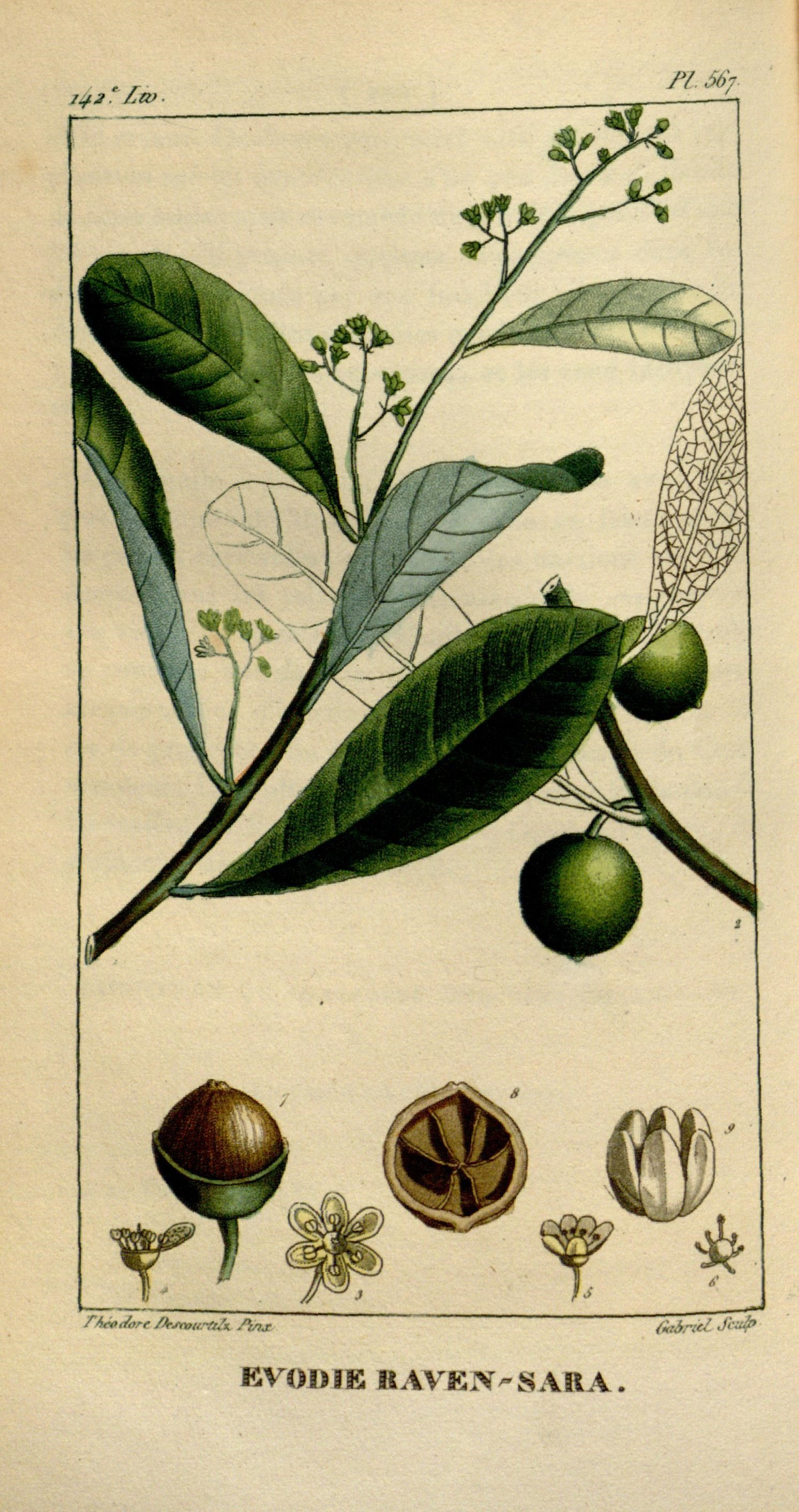
Madagassische Muskatnuss (Ravensara aromatica Syn.: Cryptocarya agathophylla)
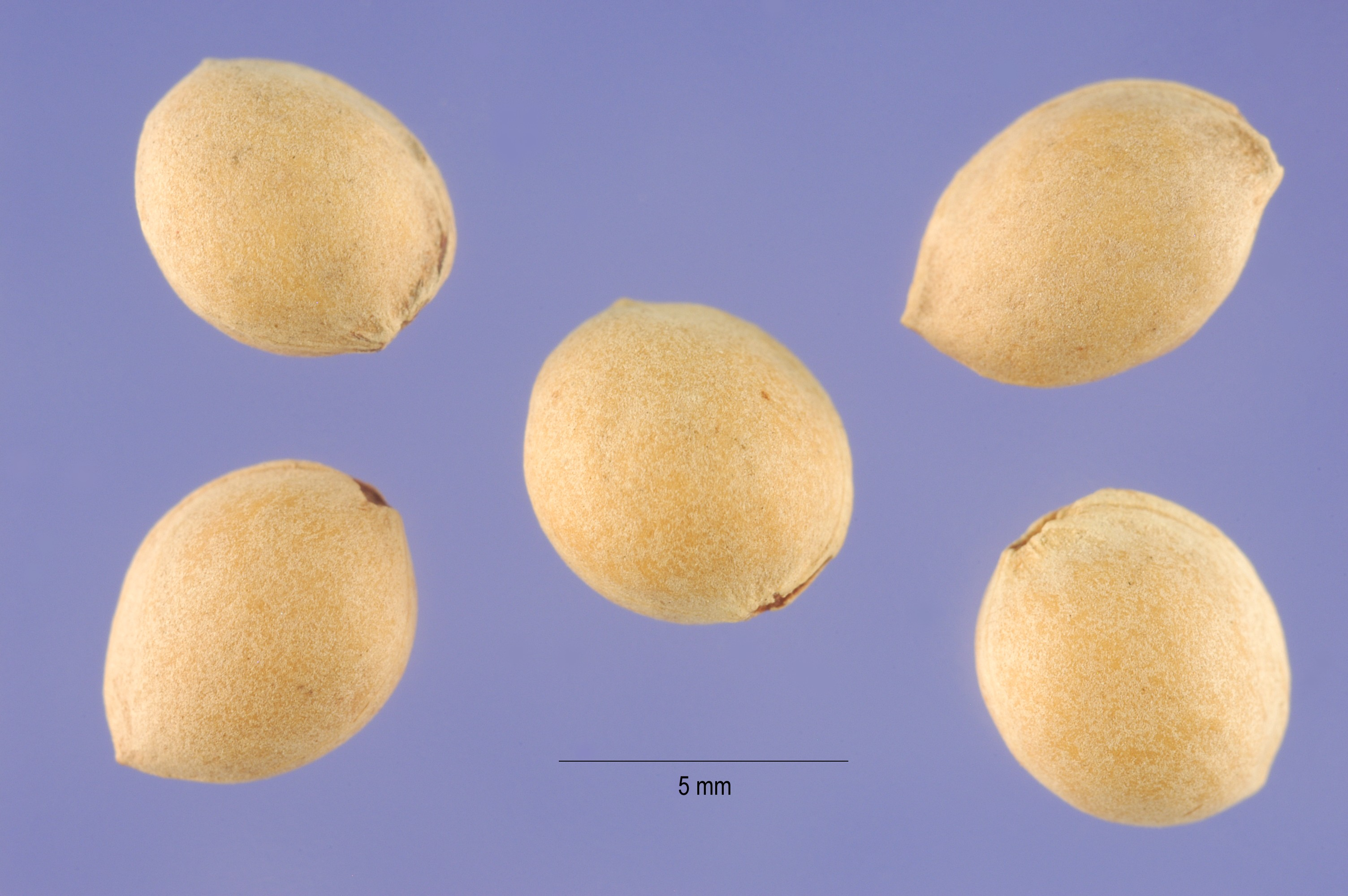
Mahleb, Mahlab oder Mahlebi (Samen im Steinkern)
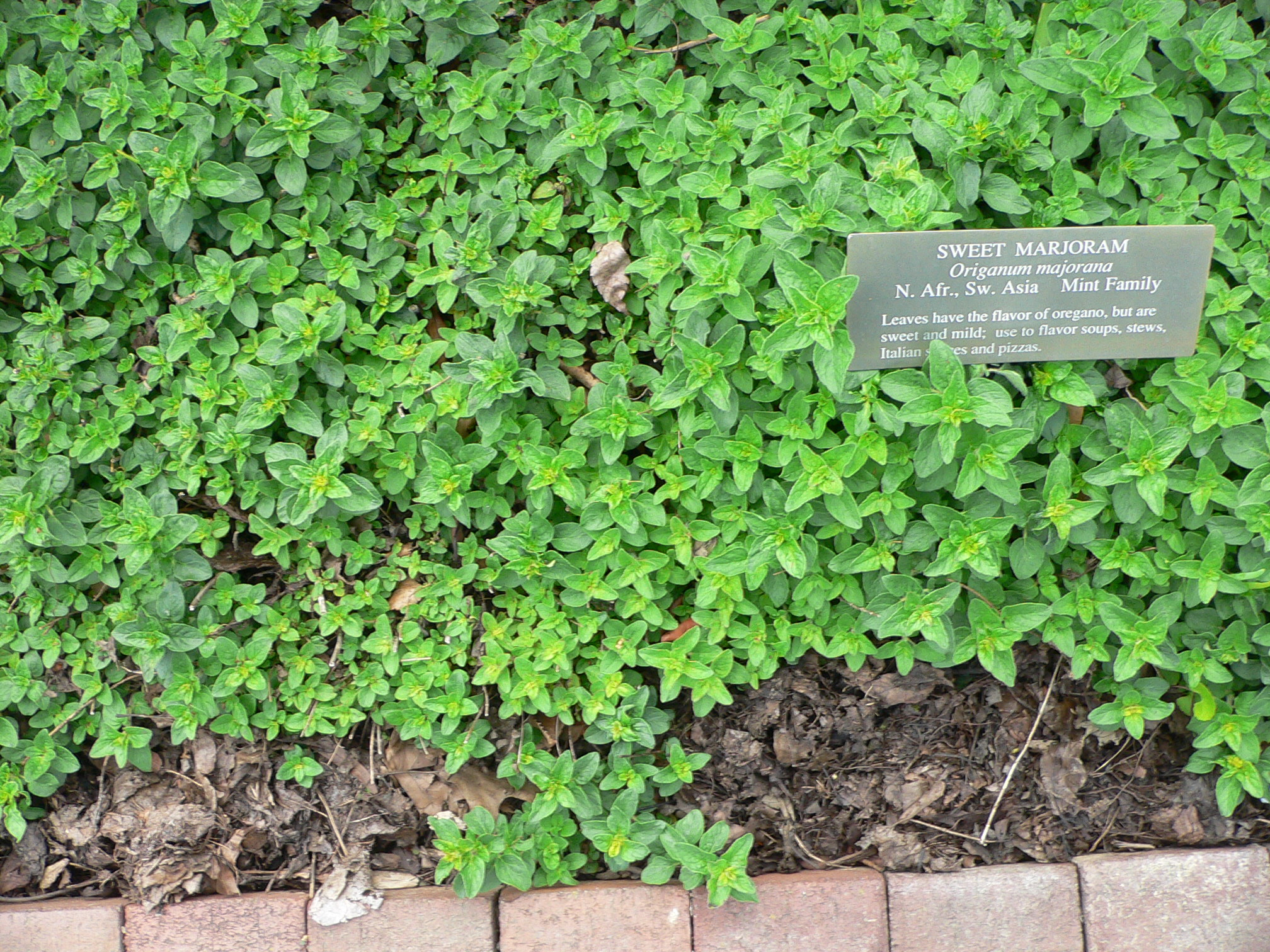
Majoran (auch Origanum syriacum, Origanum dictamnus) (ähnlich ist Satureja thymbra, Thymbra spicata, Kopfiger Thymian)
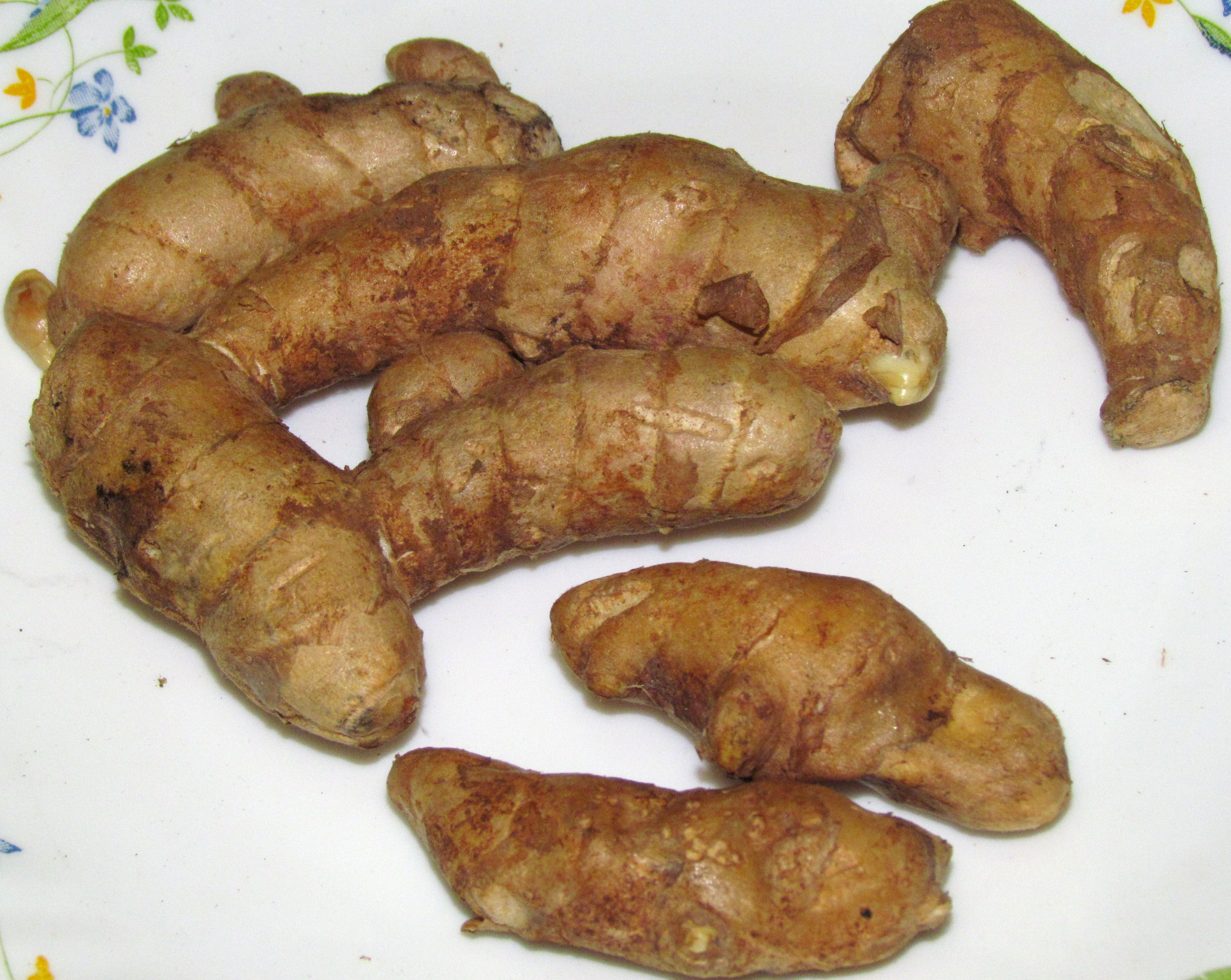
Mangoingwer
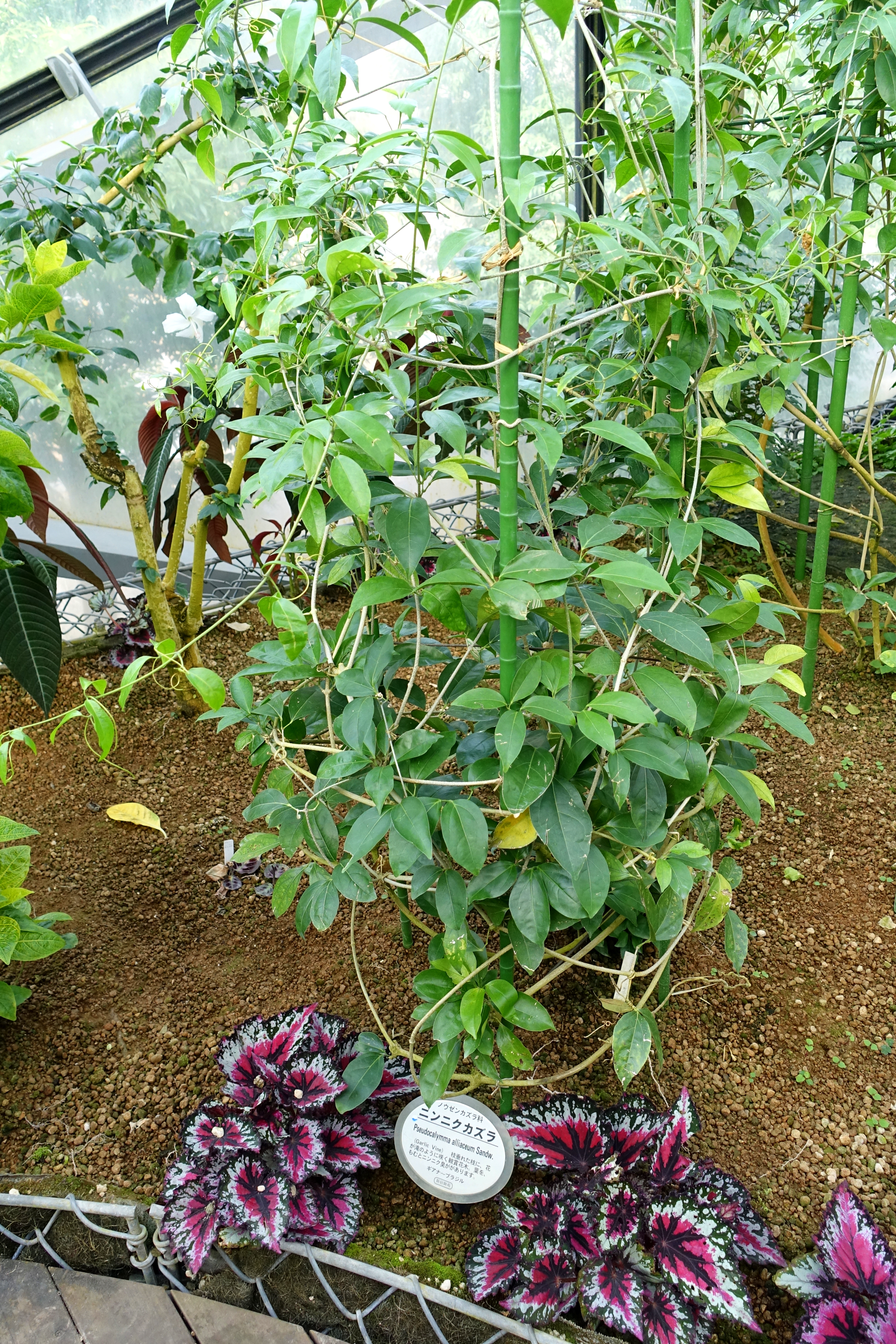
Mansoa alliacea (Blätter)
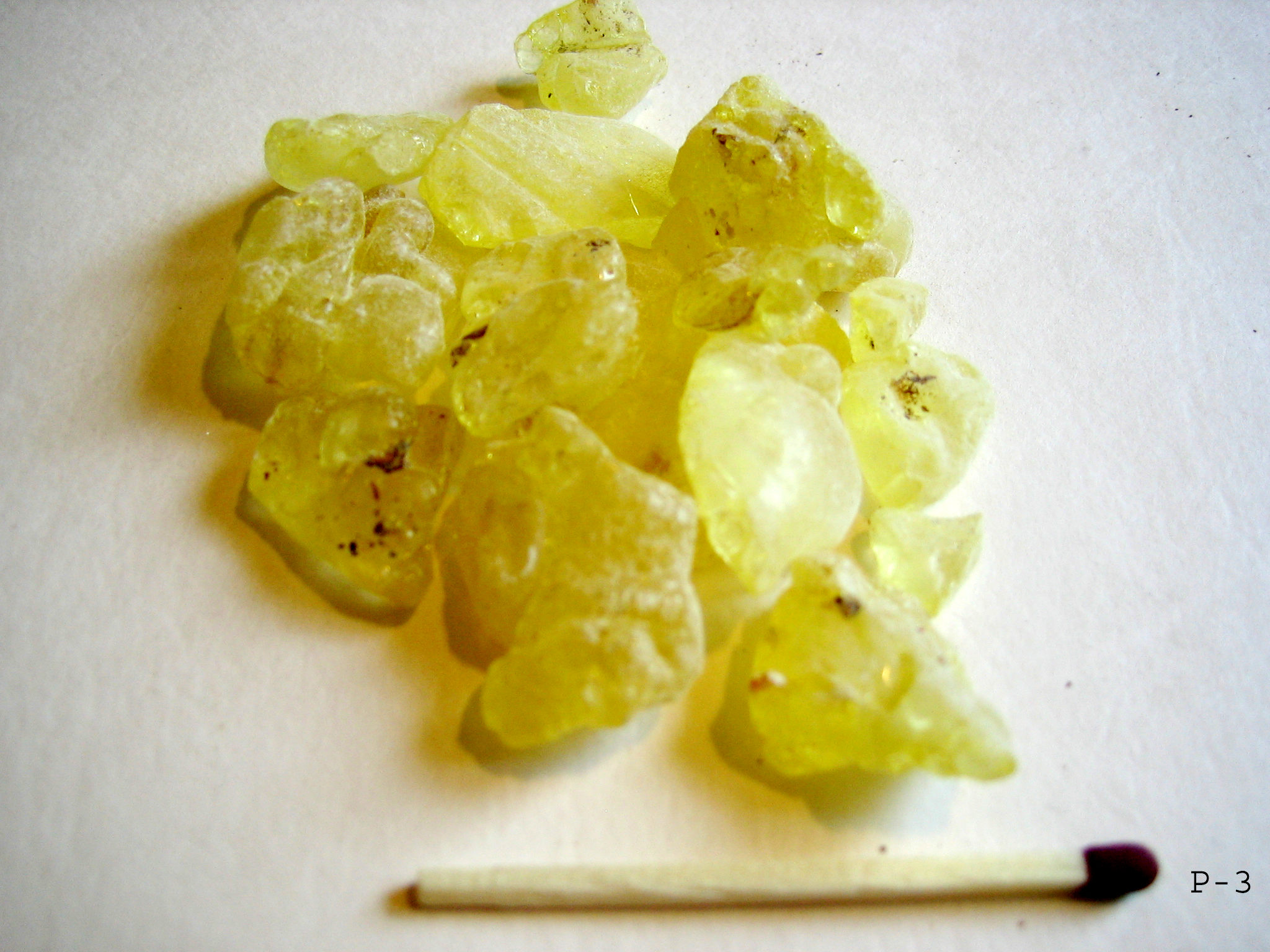
Mastix
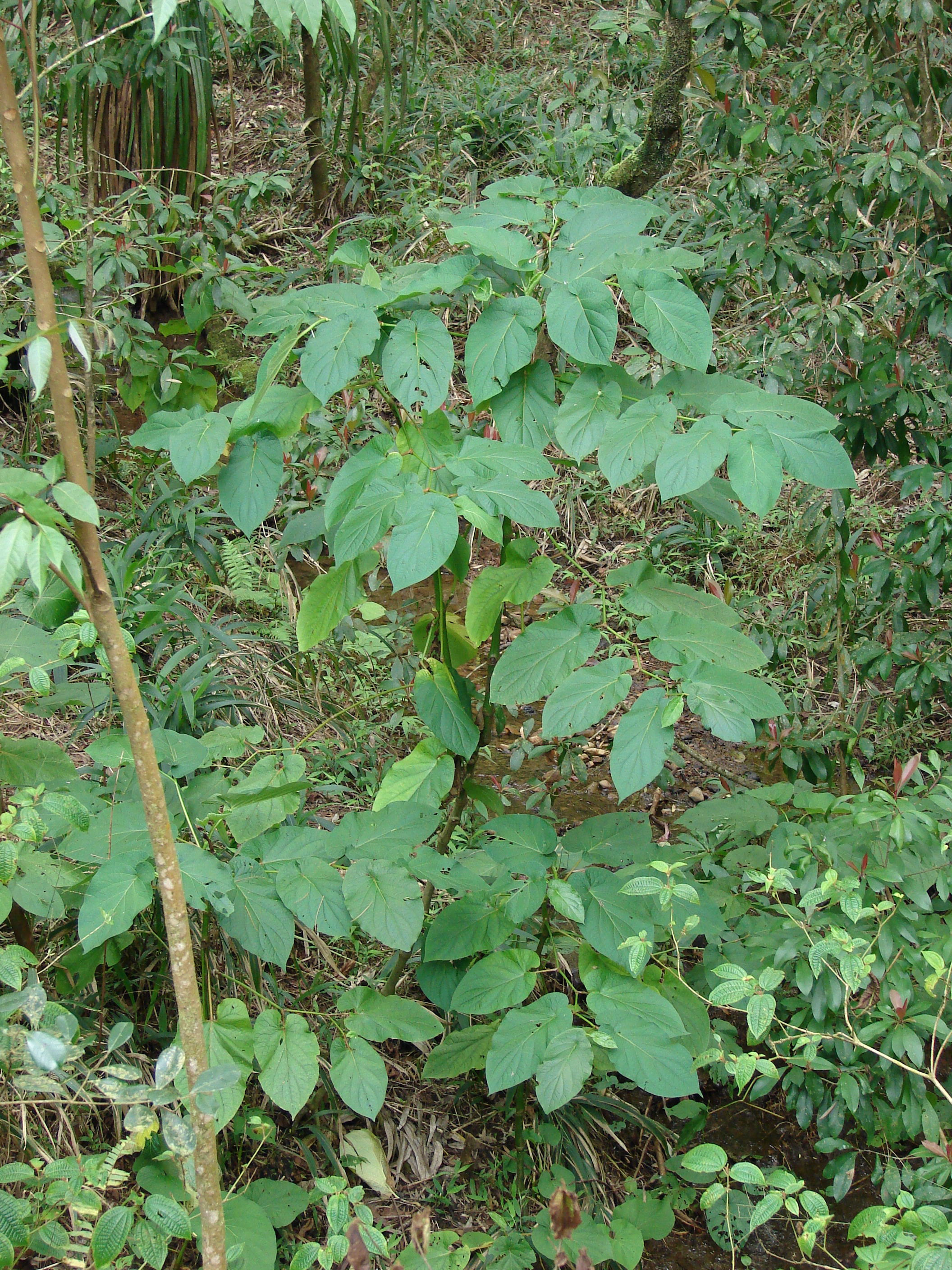
Mexikanischer Blattpfeffer (ähnlich ist Piper sanctum, siehe auch Wilder Pfeffer) (Blätter)
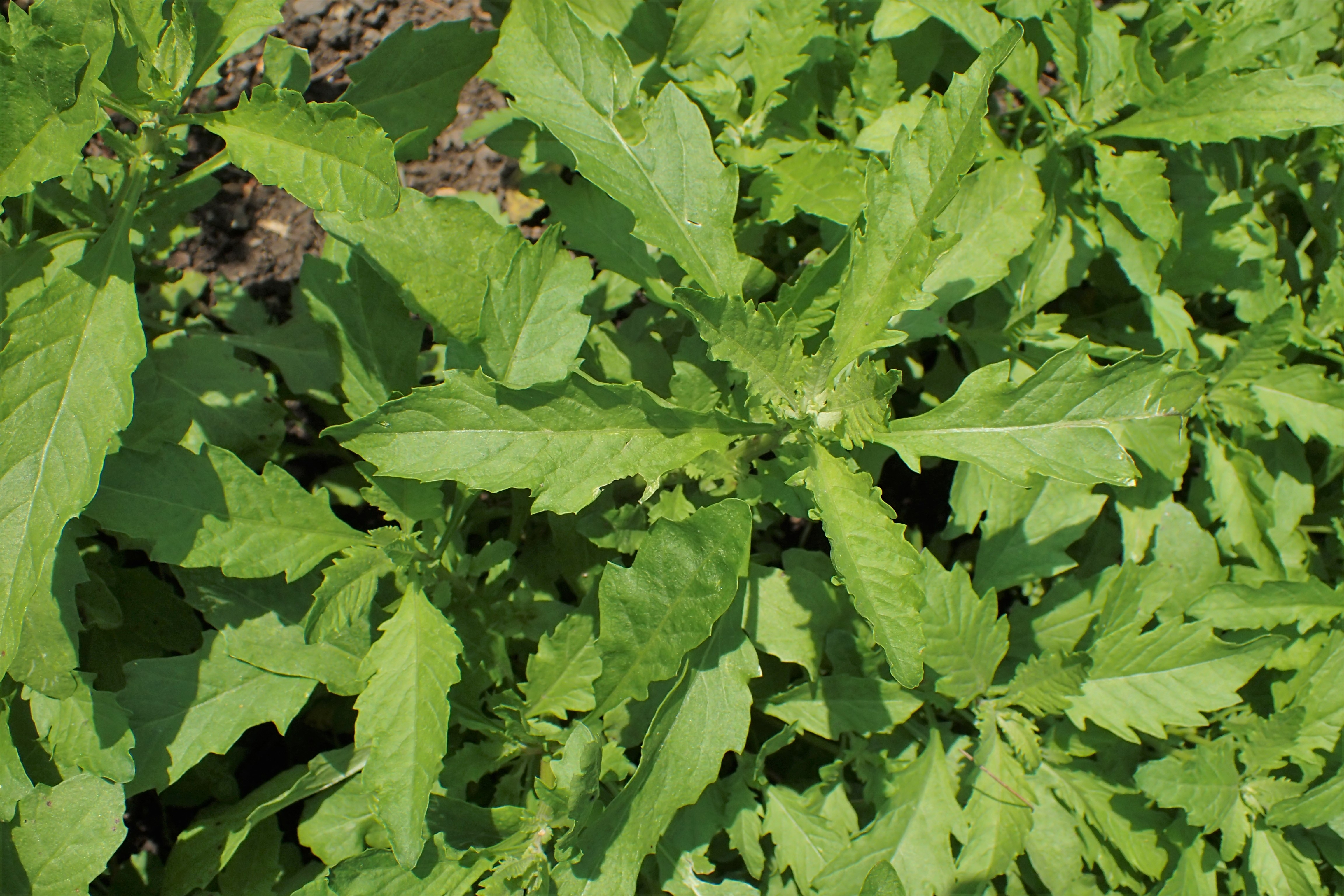
Mexikanischer Drüsengänsefuß (Epazote)
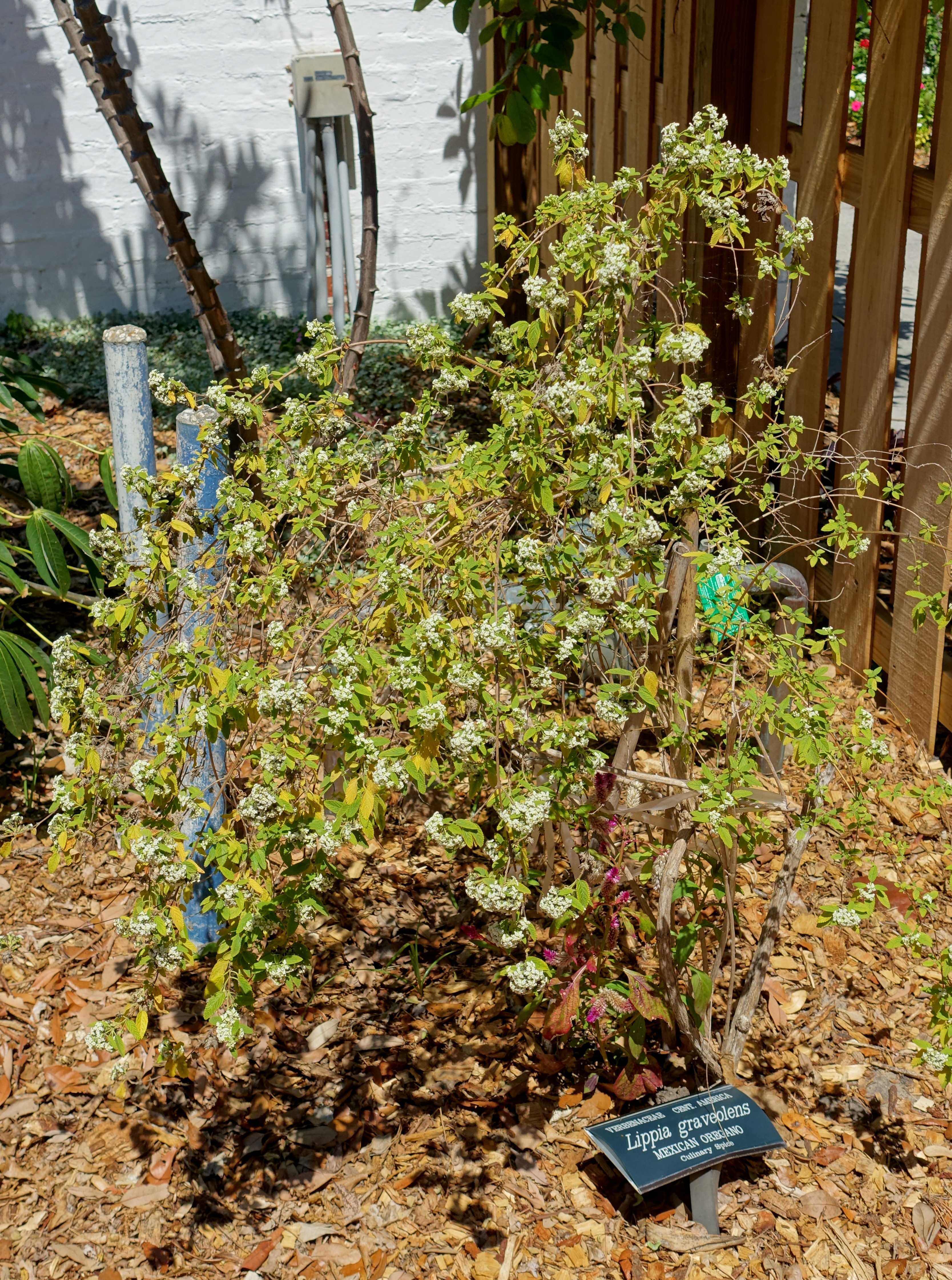
Mexikanischer Oregano
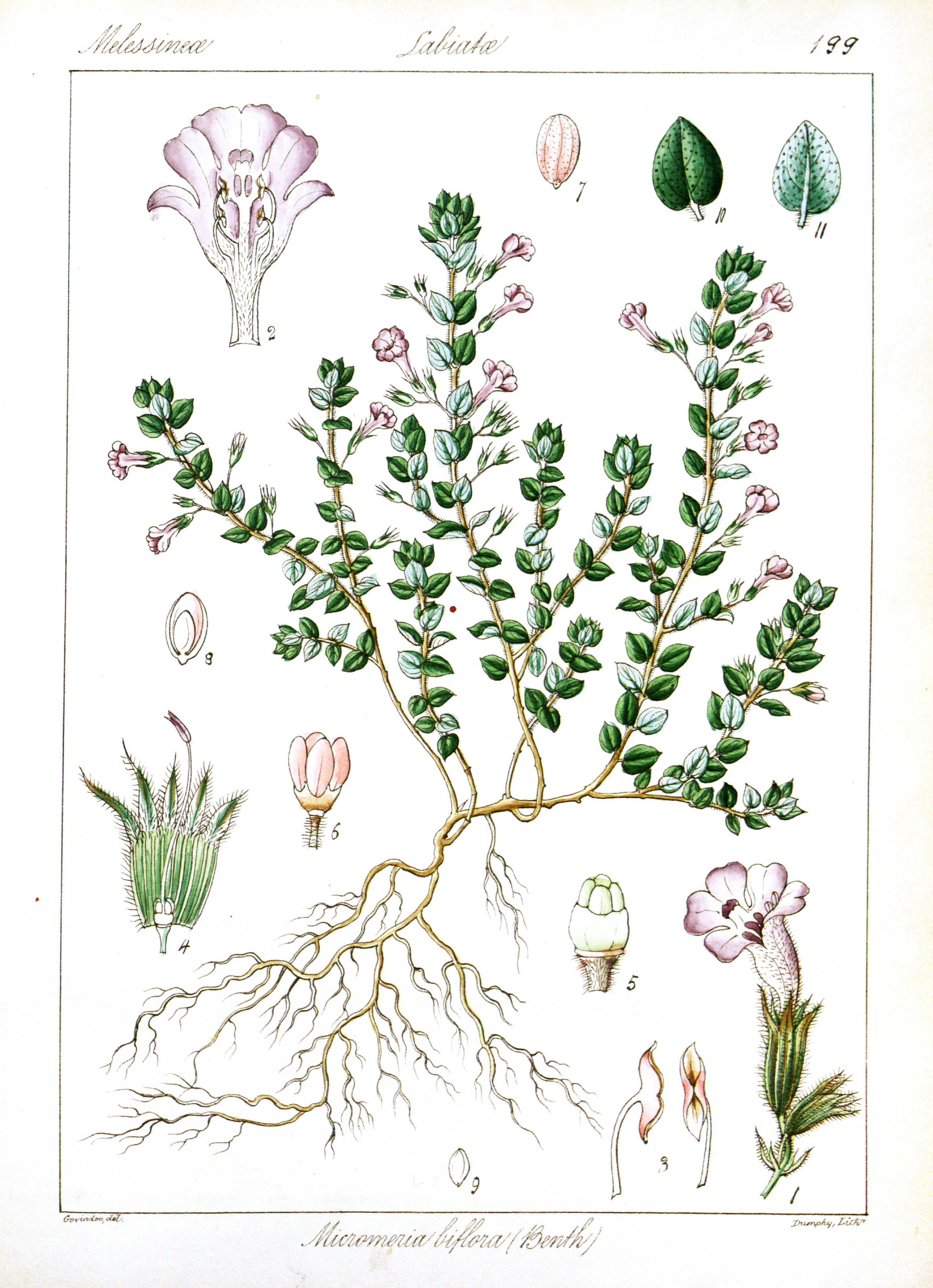
Micromeria biflora (ähnlich ist Micromeria juliana) (versch. Micromeria-Arten; „Emperor’s Mint“)
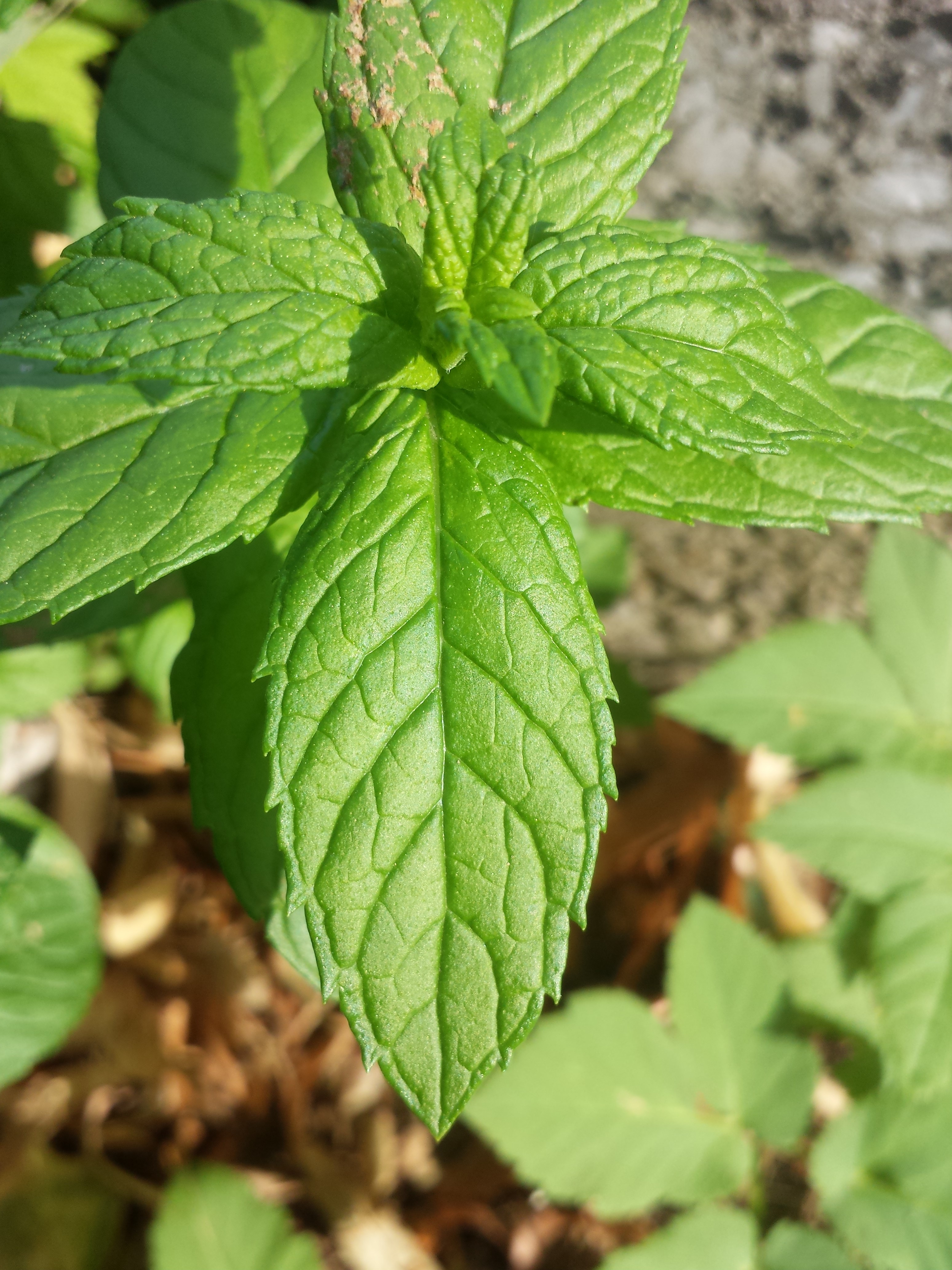
Minzen
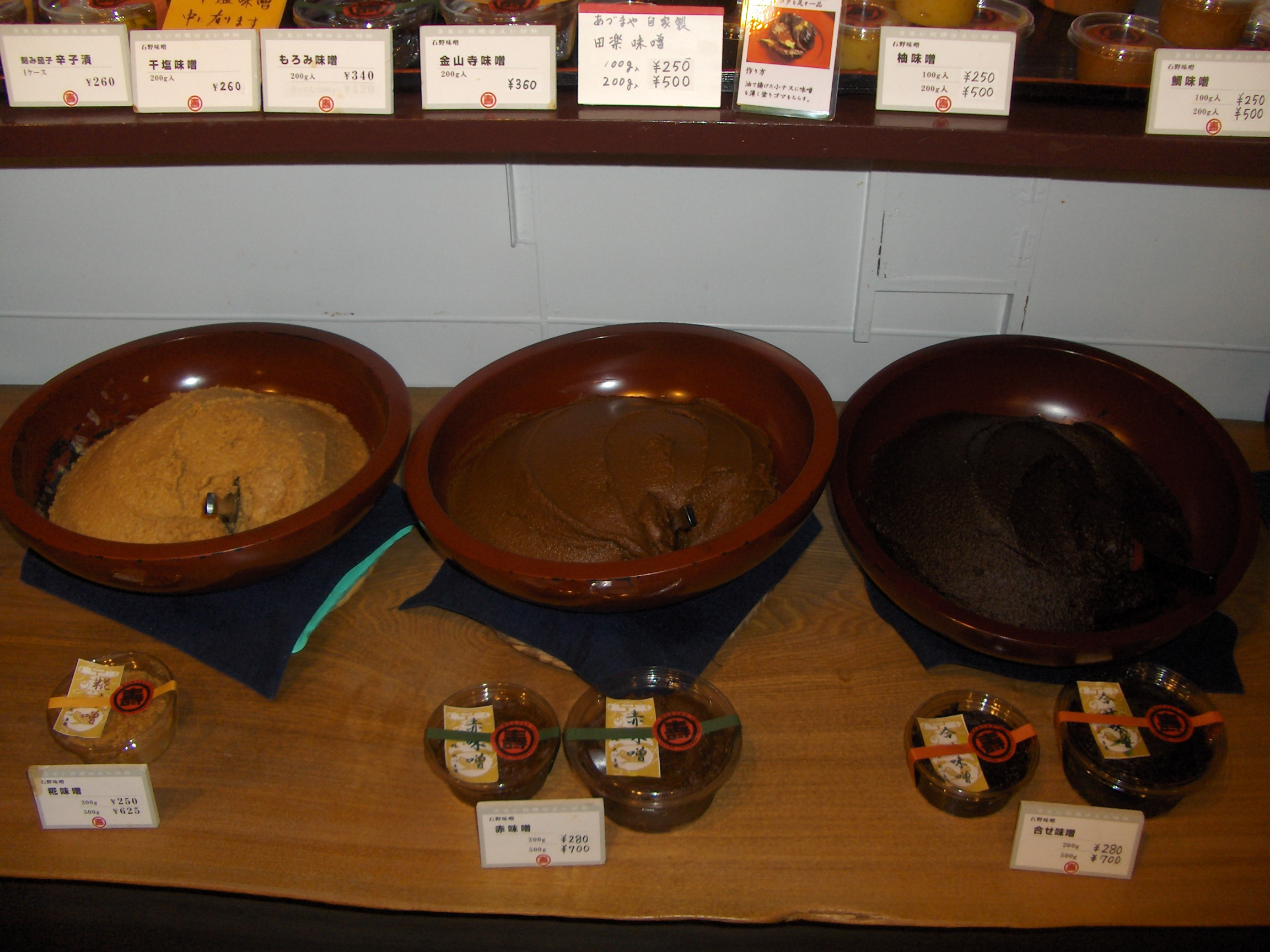
Miso
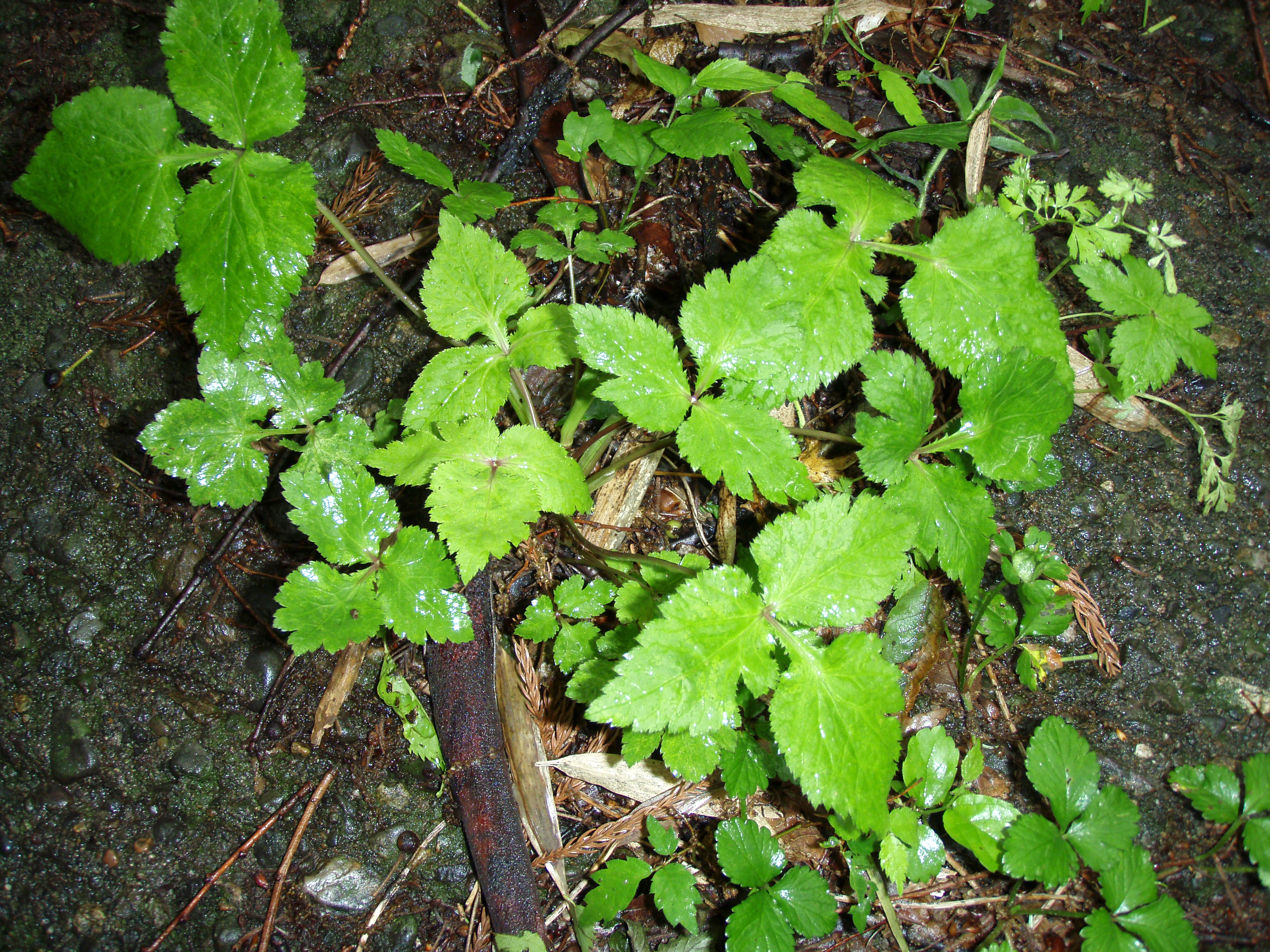
Mitsuba (ähnlich ist Cryptotaenia canadensis) (Blätter, Stängel und Wurzeln)
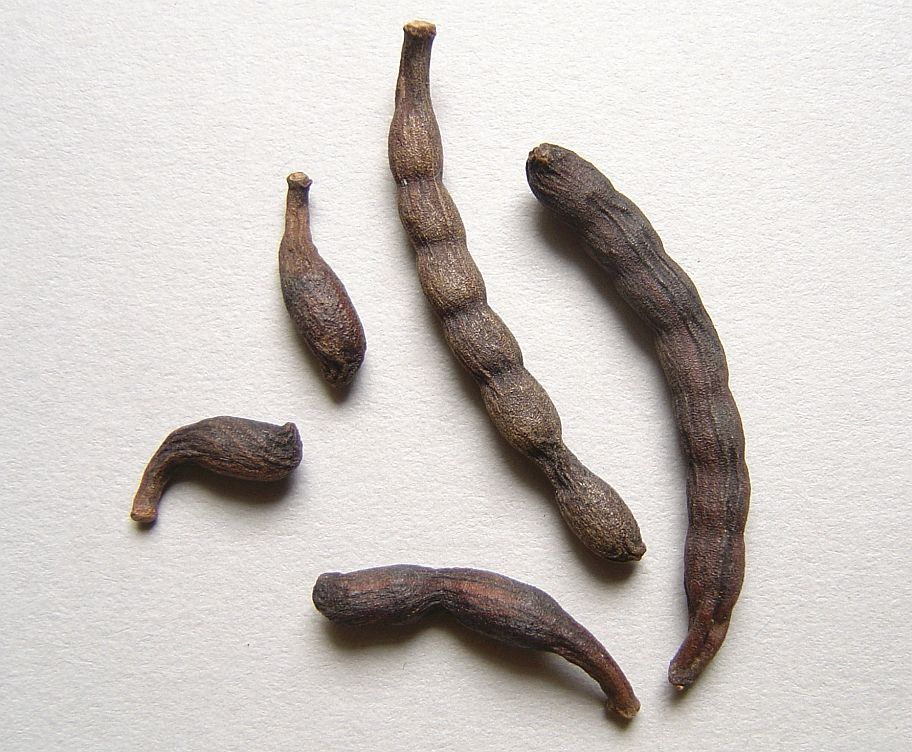
Mohren-, Negerpfeffer (ähnlich ist Affen- oder Burropfeffer Xylopia aromatica)
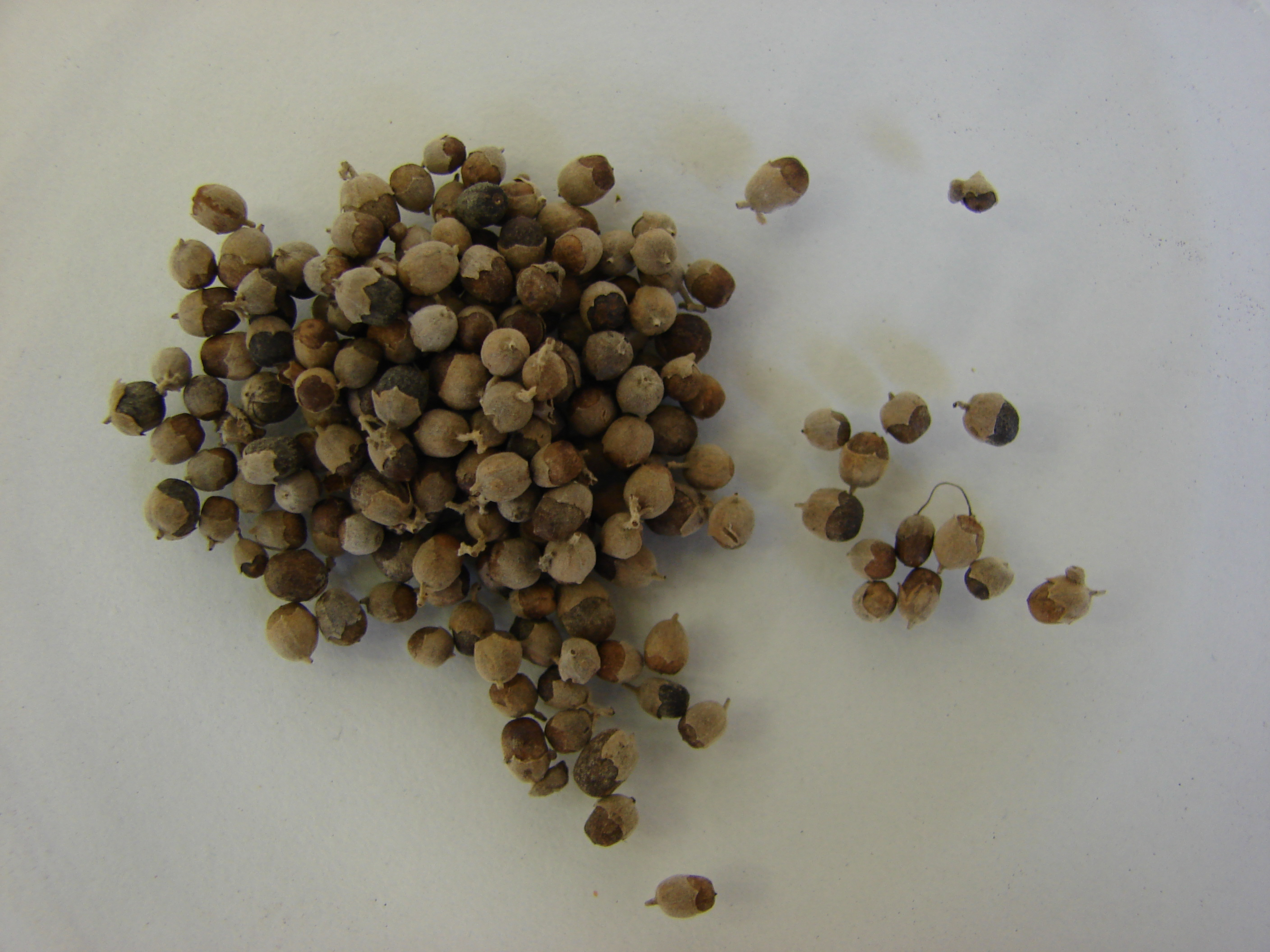
Mönchspfeffer (Früchte und Blätter) (ähnlich ist Vitex negundo)
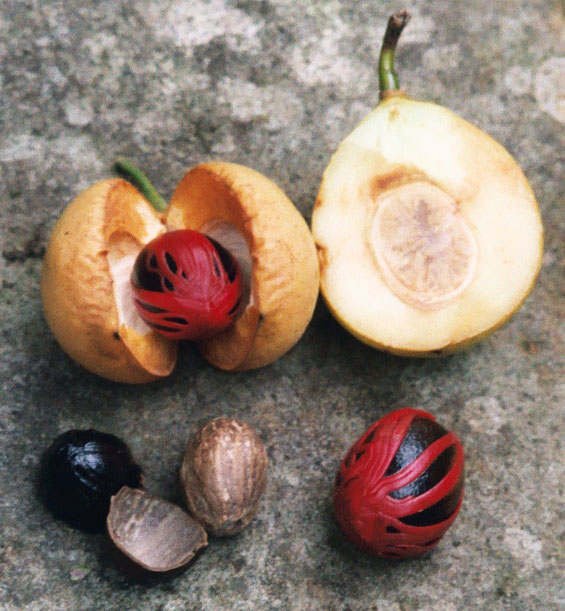
Muskat (auch Myristica argentea, Myristica succedanea) (Nuss und Macis)
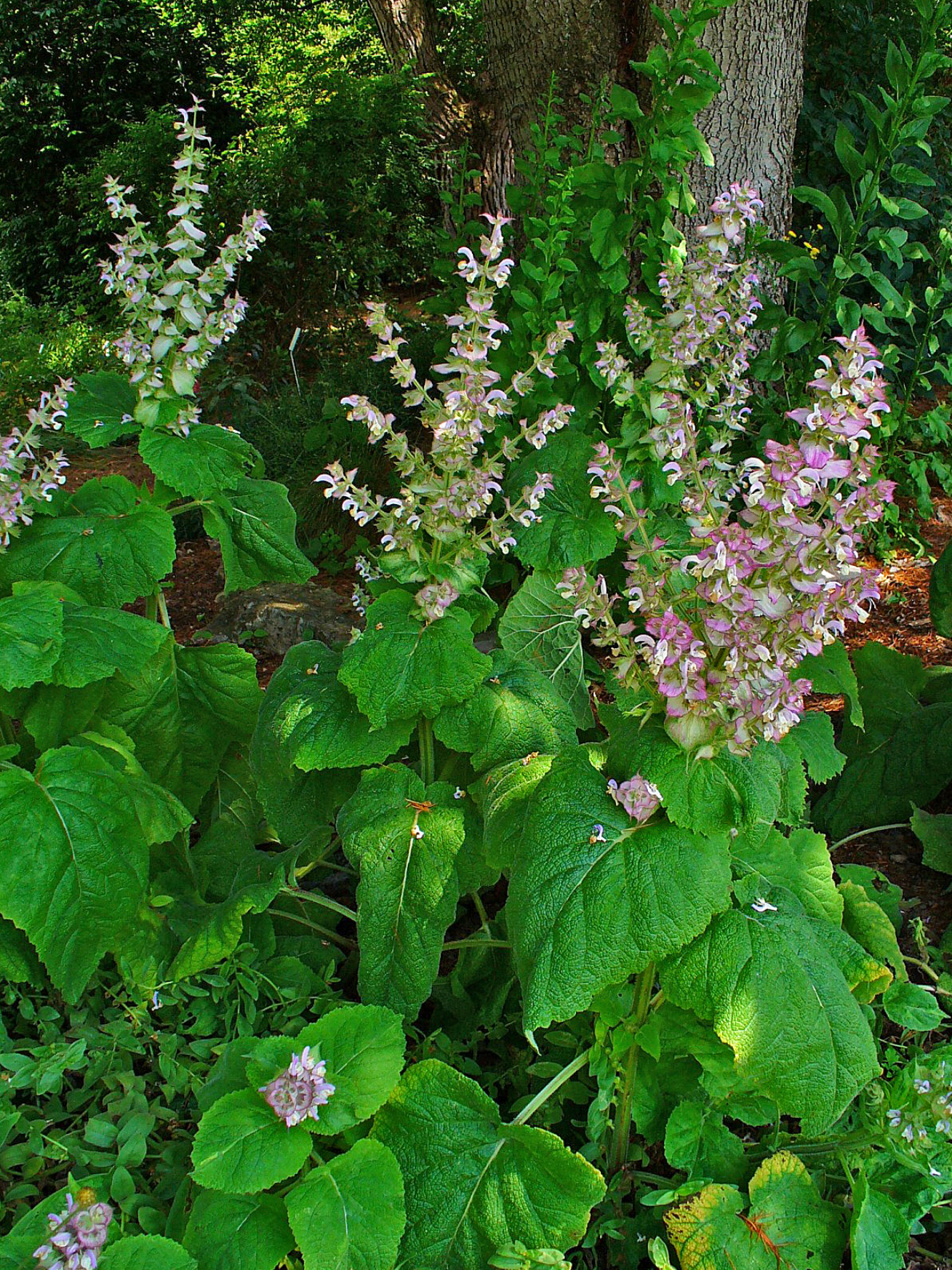
Muskateller-Salbei
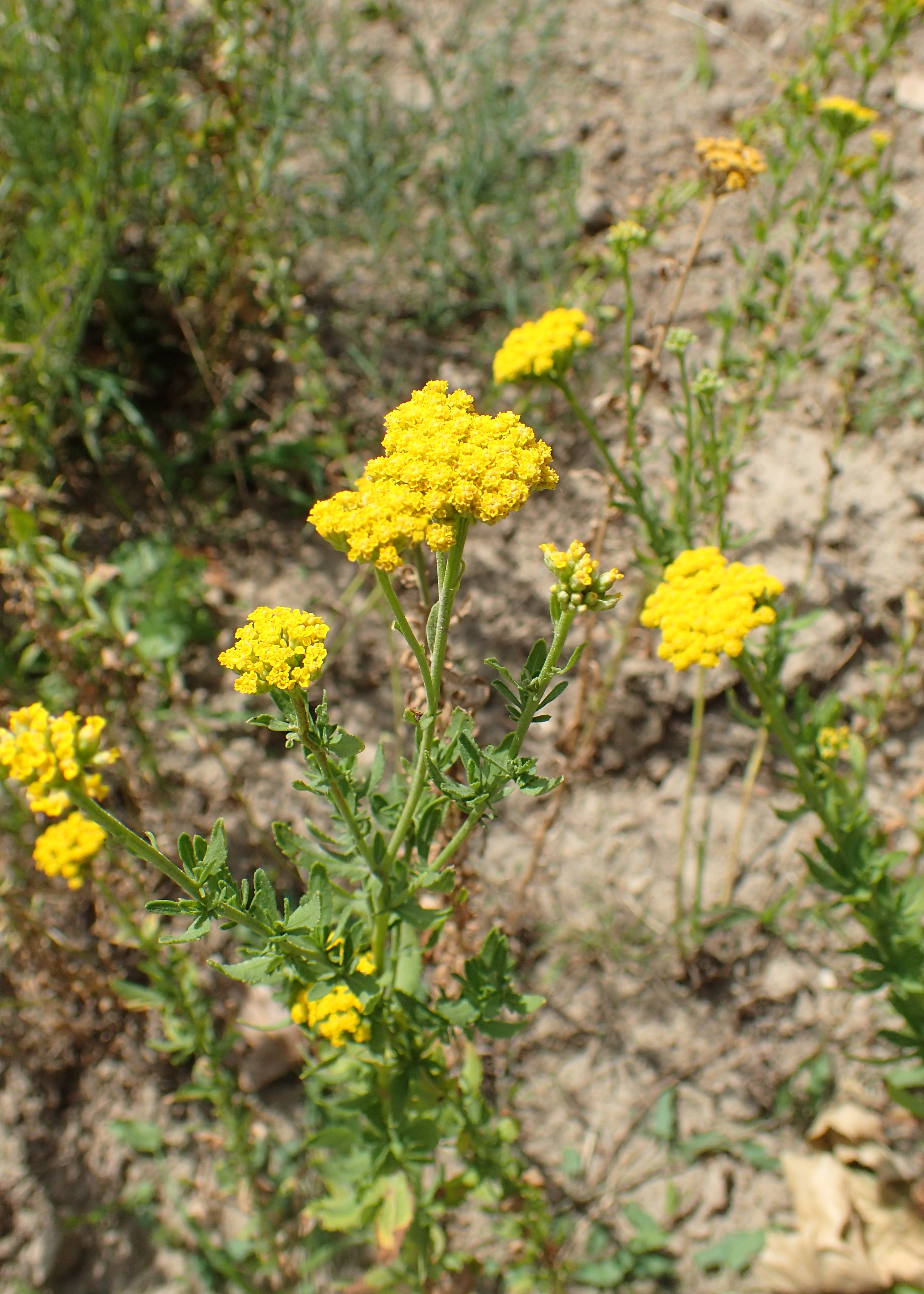
Muskatkraut (Leberbalsam-Schafgarbe oder Achillea decolorans) (ähnliches Bild)
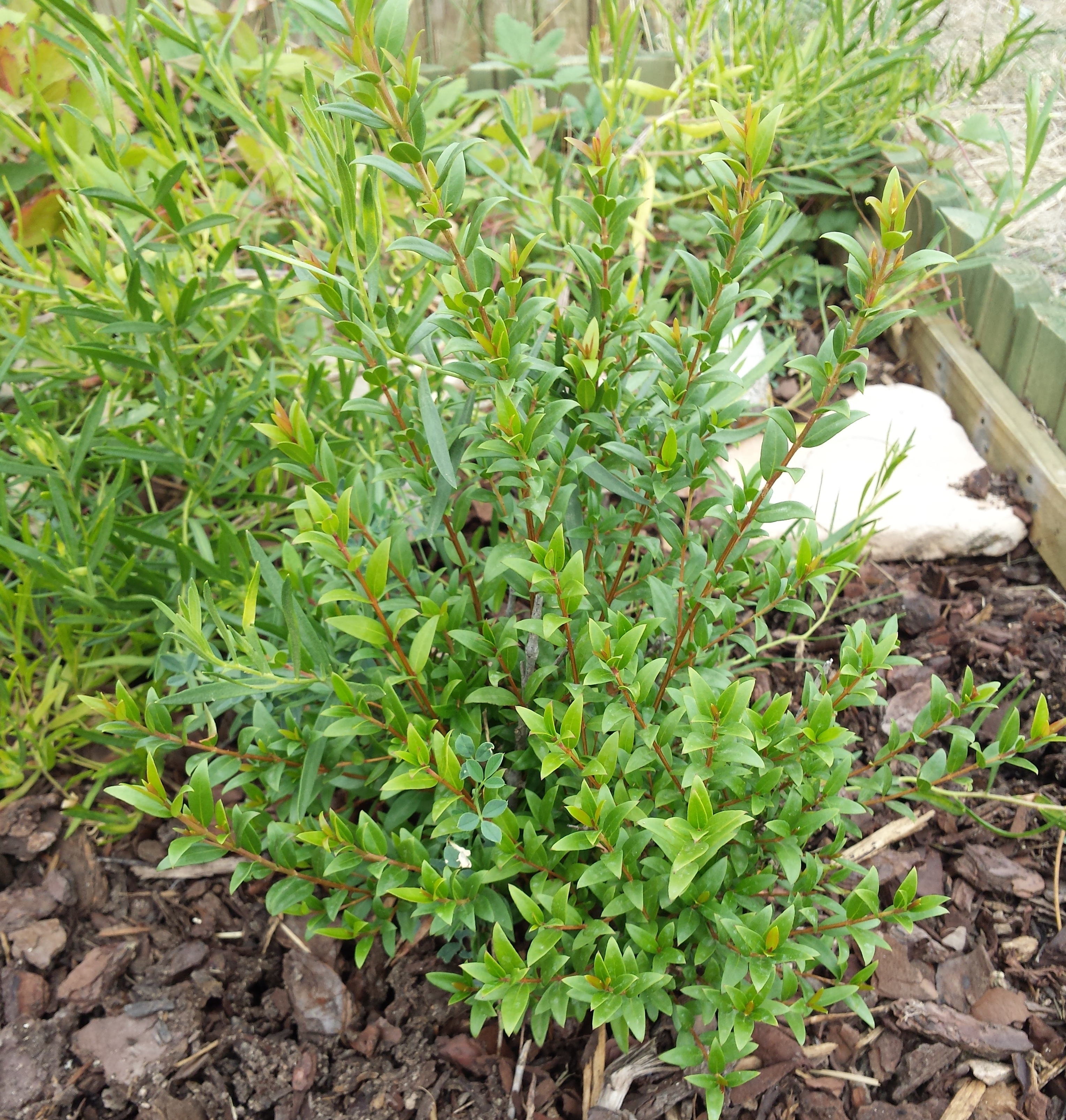
Myrte (Blätter und Früchte)
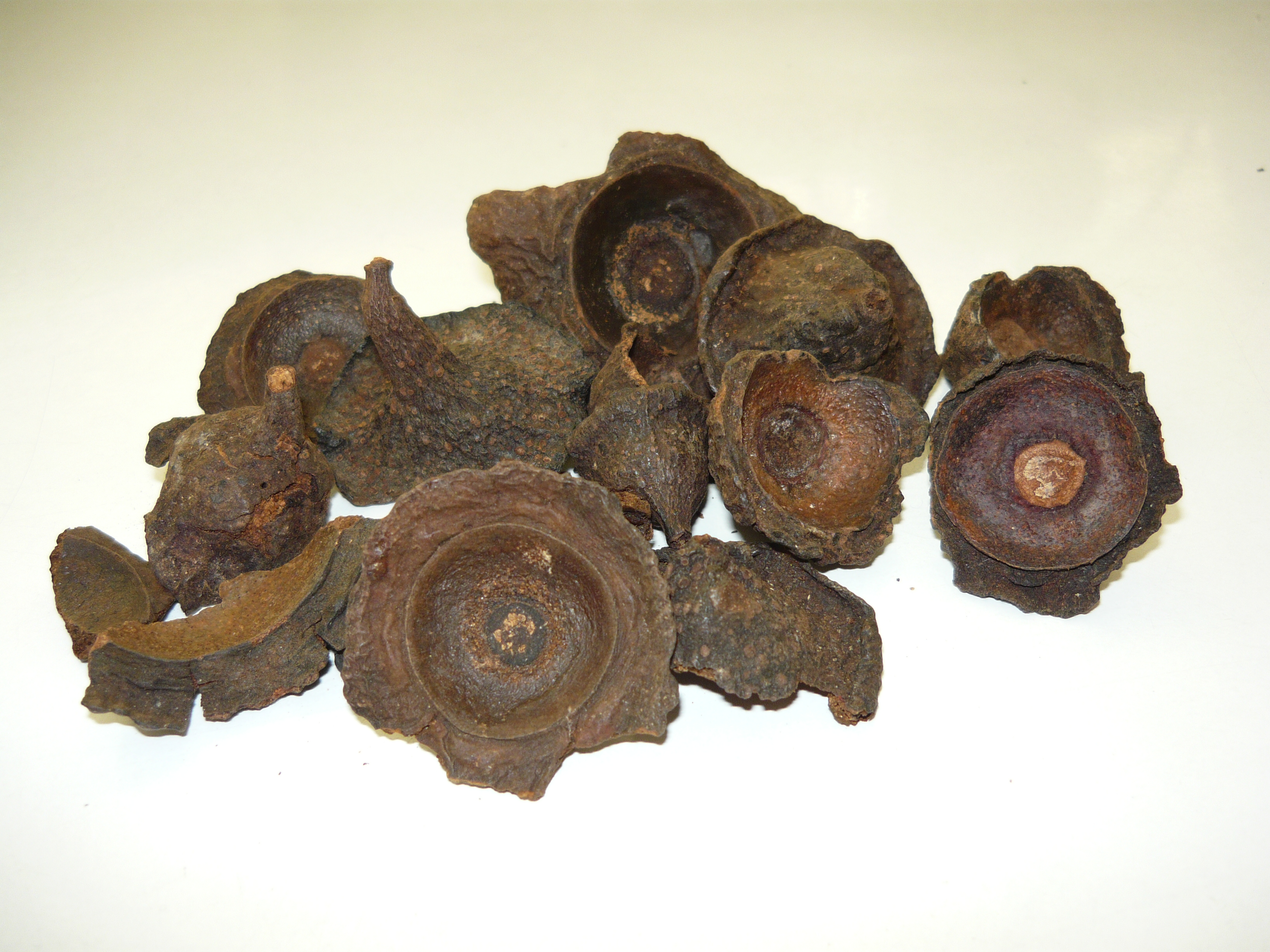
Ocotea quixos (Ecuador oder Amerikanischer Zimt) (Is(h)pink(u), Ishpingo, Flor de Canela) (Rinde, Blätter und Fruchtbecher),
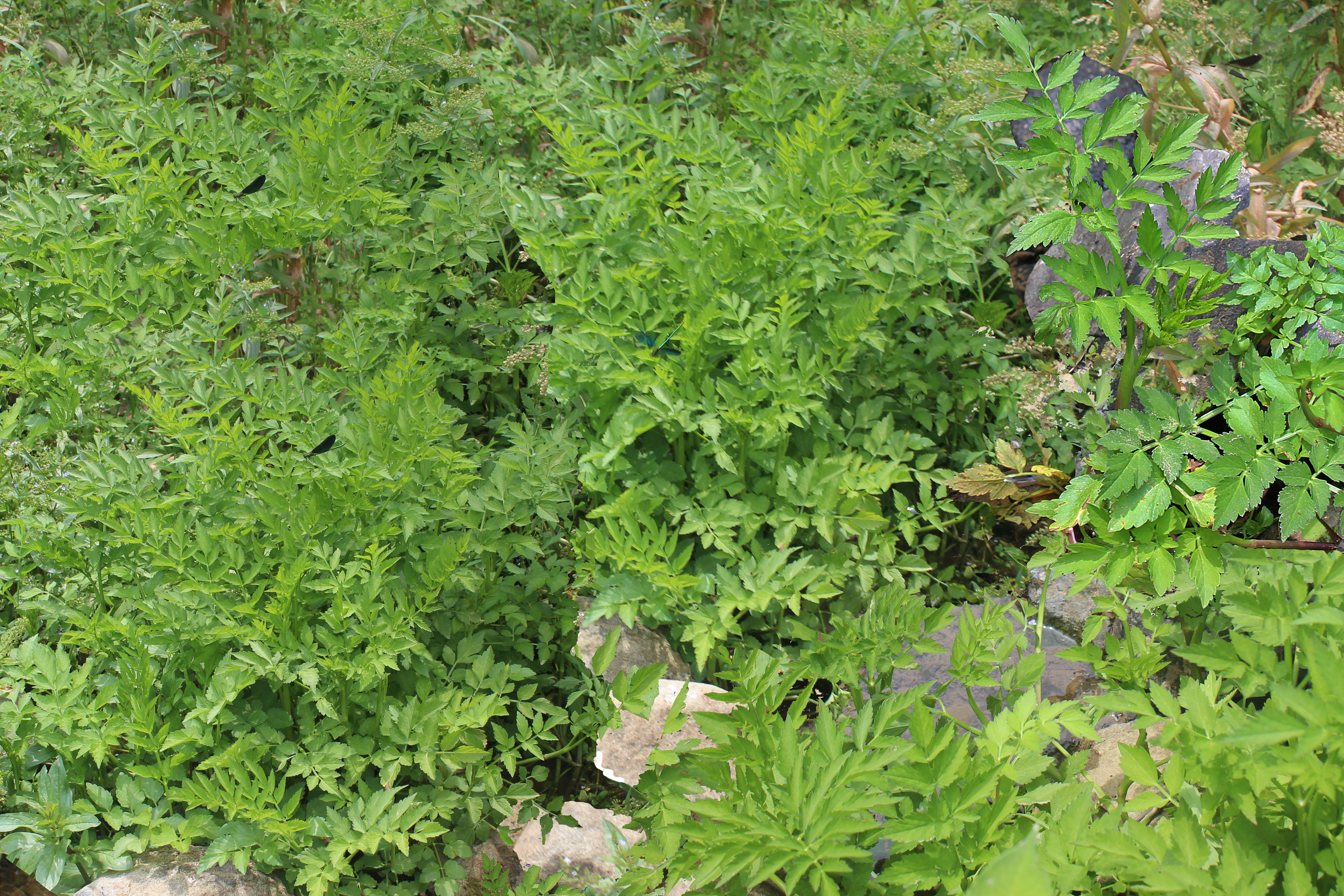
Oenanthe javanica (Koreanische Petersilie)
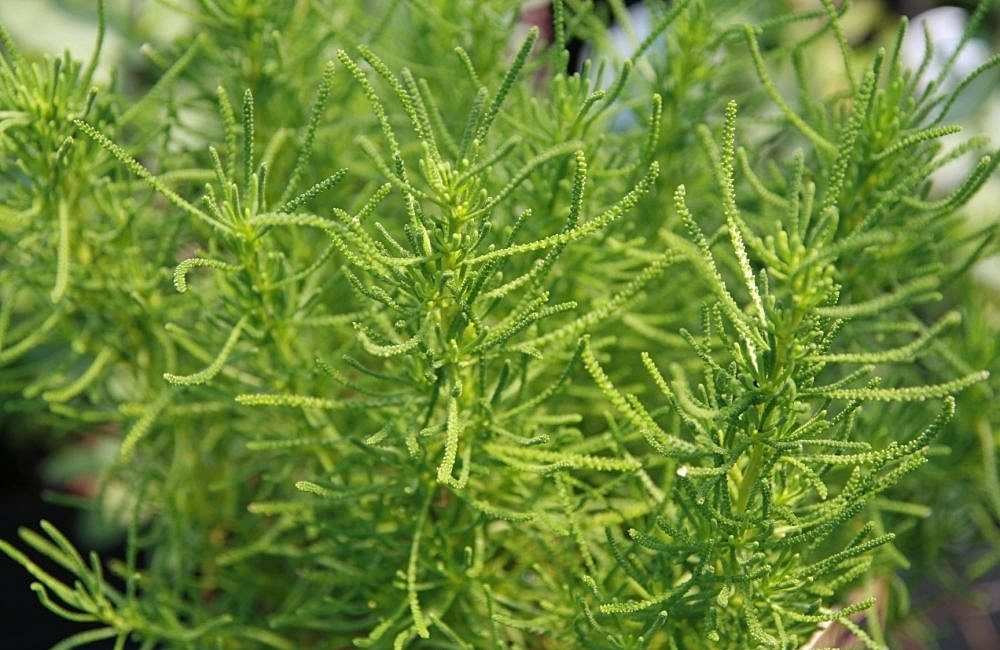
Olivenkraut
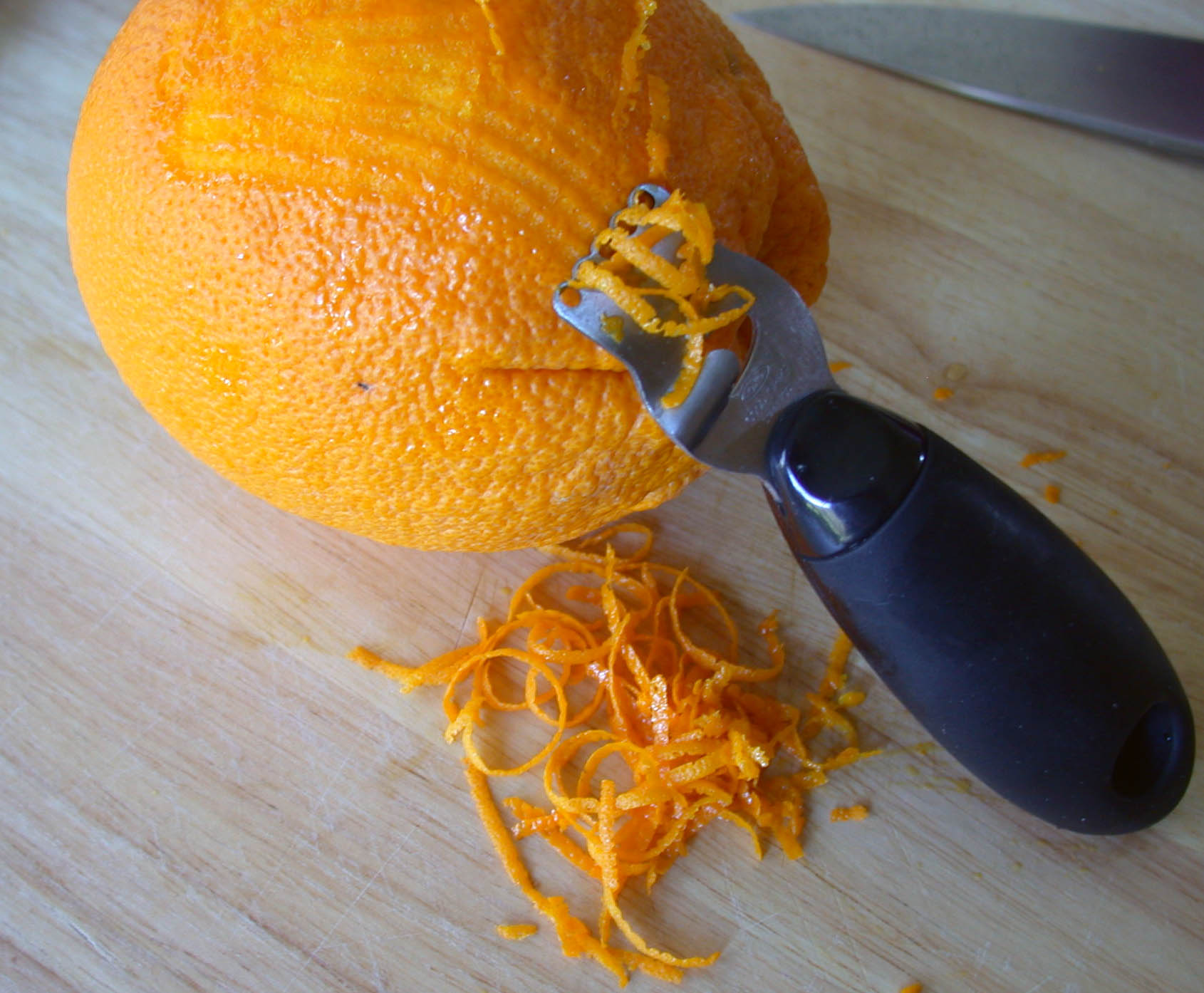
Orangenschale (auch Mandarinenschale)
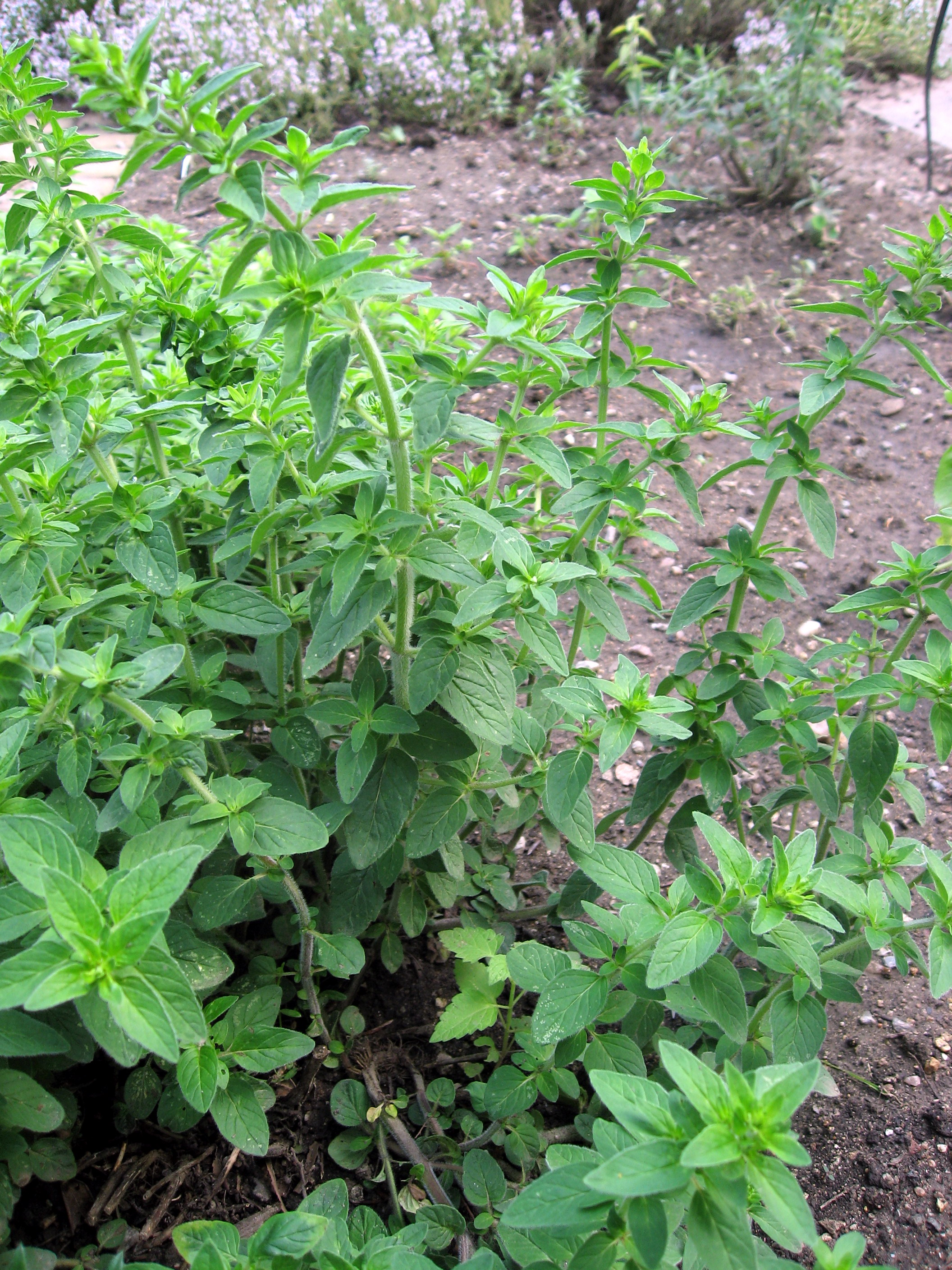
Oregano
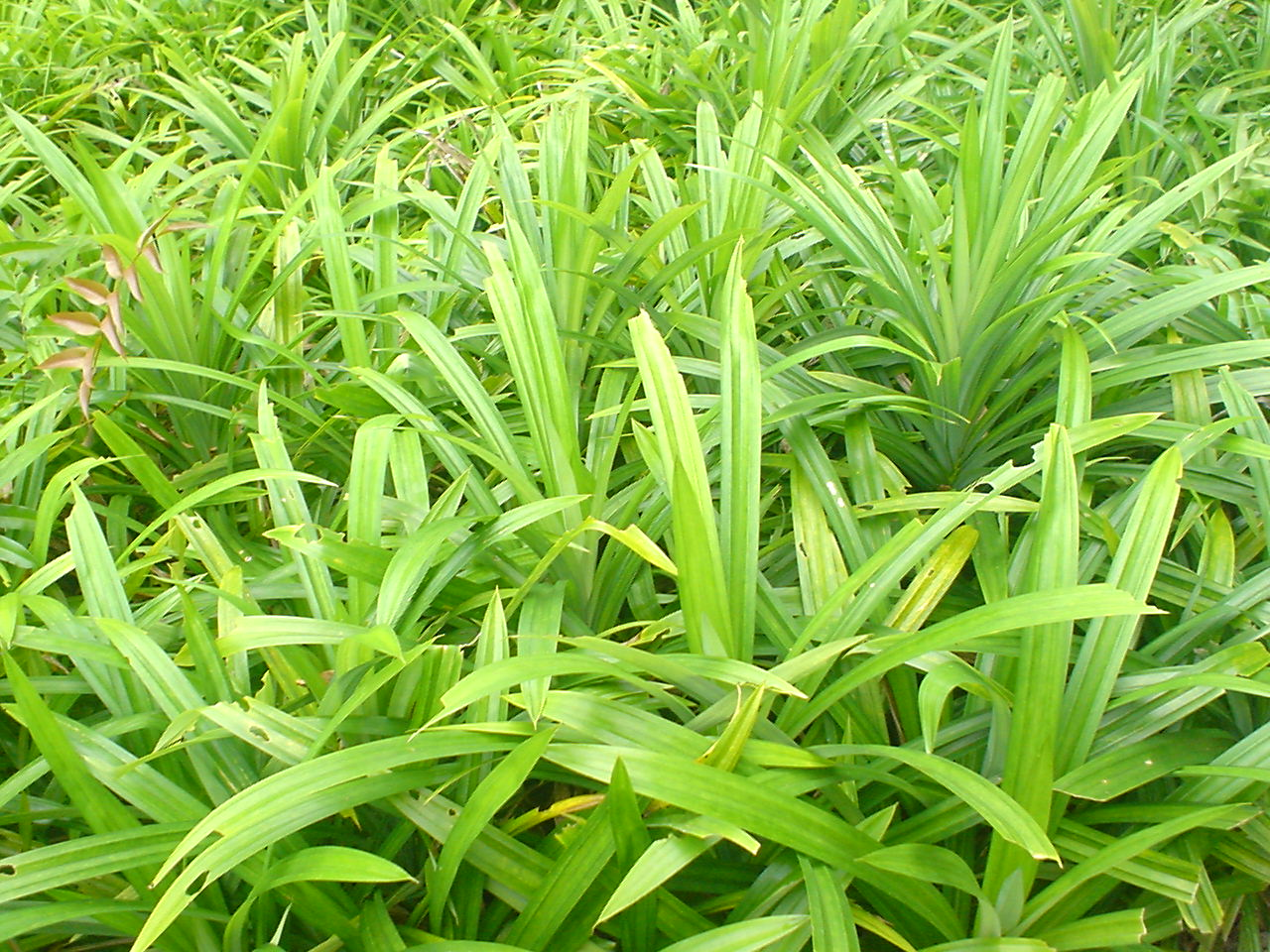
Pandanus amaryllifolius (ähnlich ist Pandanus odorifer) (Blätter)
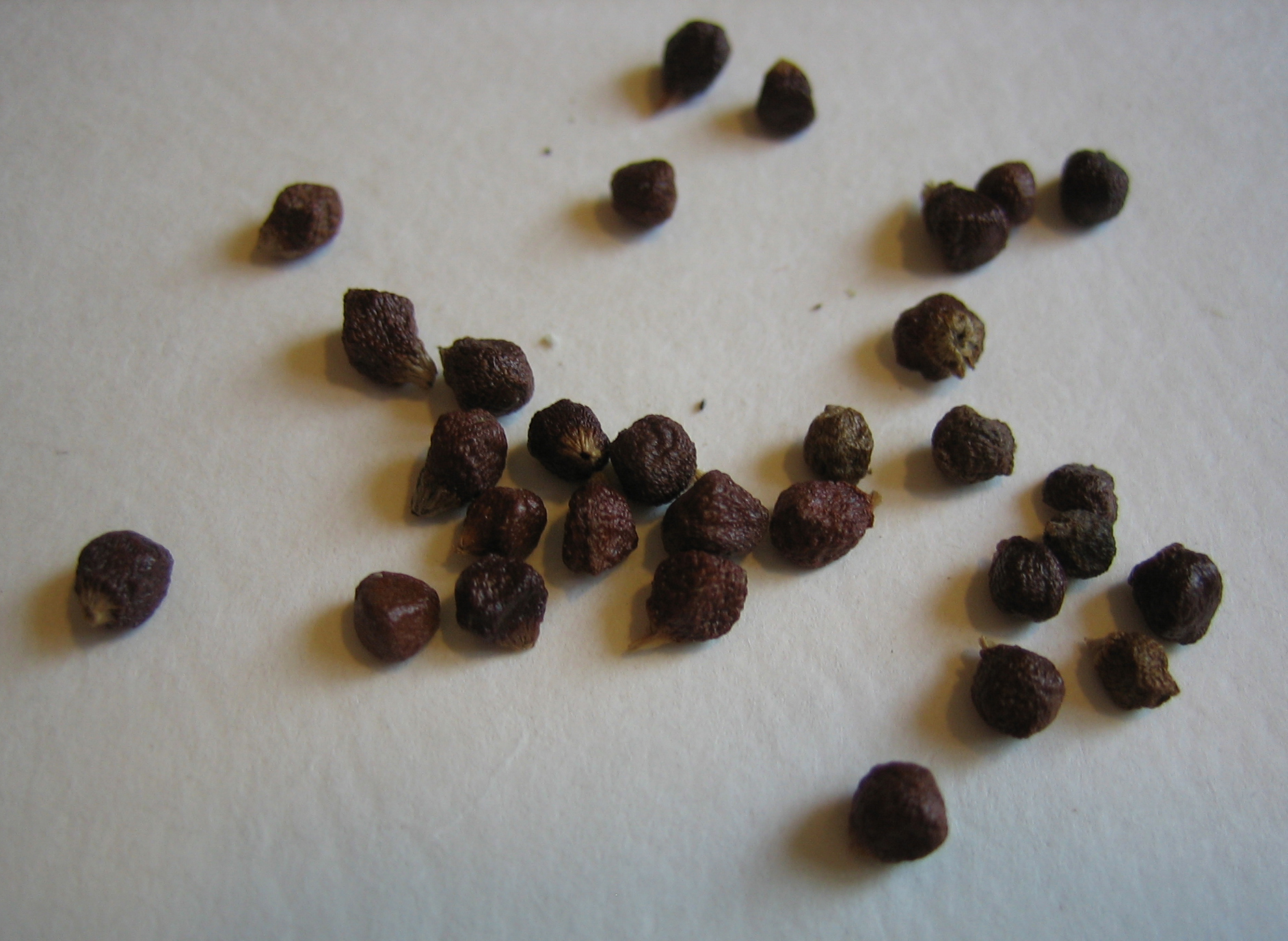
Paradieskörner (ähnlich sind Aframomum daniellii, Aframomum citratum, Aframomum albiflorum, Aframomum exscapum, Aframomum mala, Aframomum angustifolium)
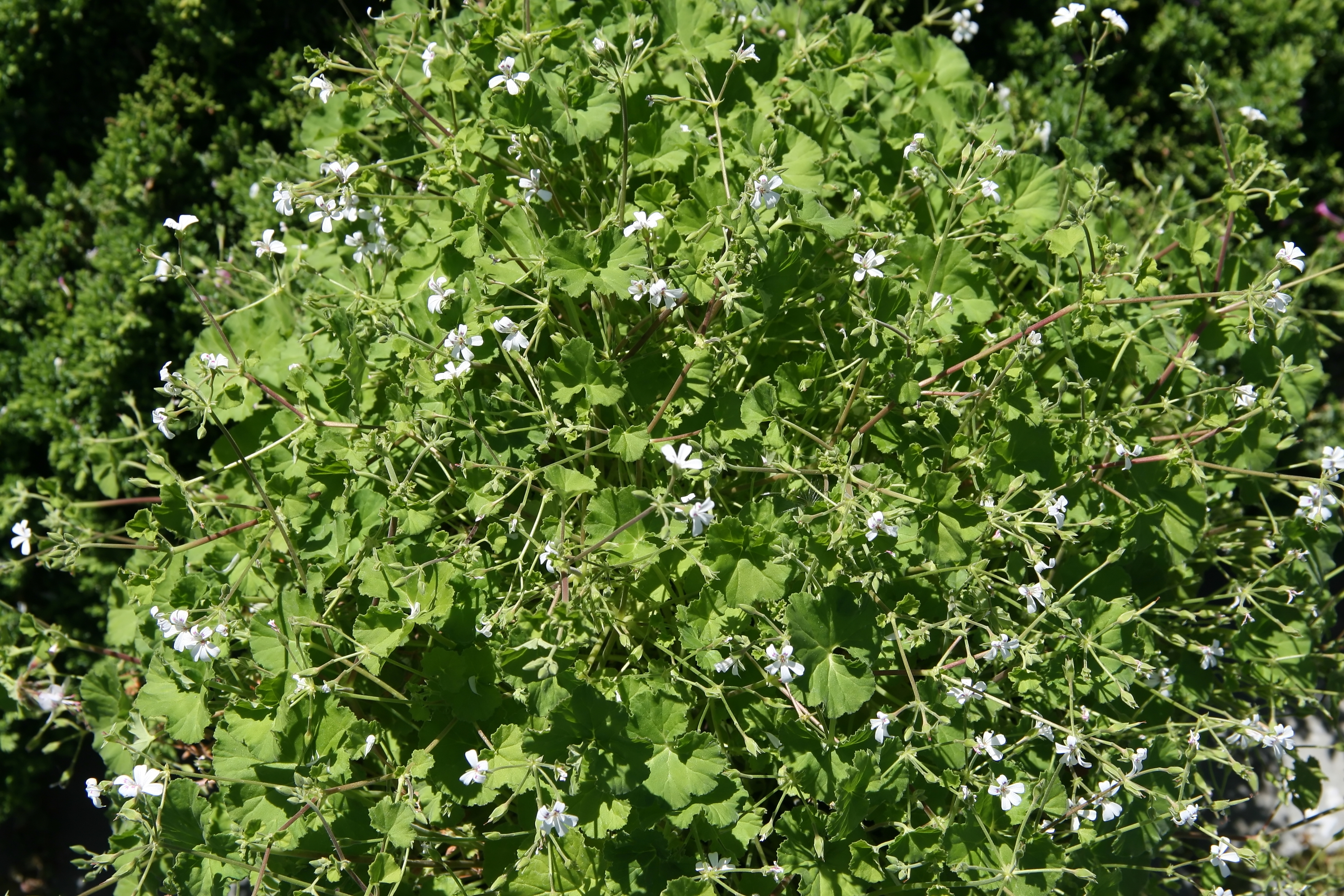
Pelargonienblätter (versch. Pelargonium-Arten, Duftpelargonien, wie Pelargonium odoratissimum, Pelargonium crispum, Pelargonium fragrans, Pelargonium graveolens, Pelargonium tomentosum)
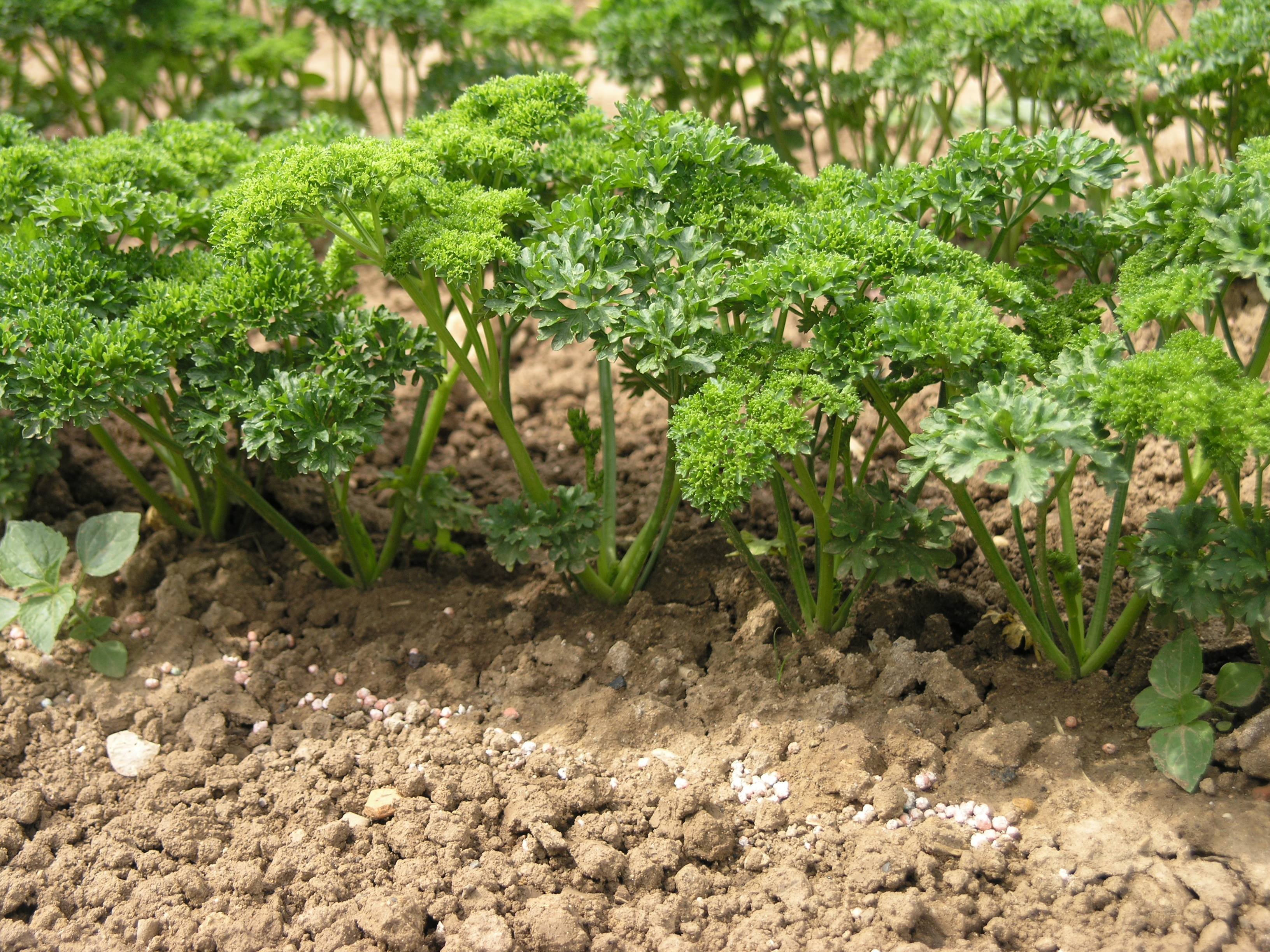
Petersilie (es werden beide Arten verwendet)
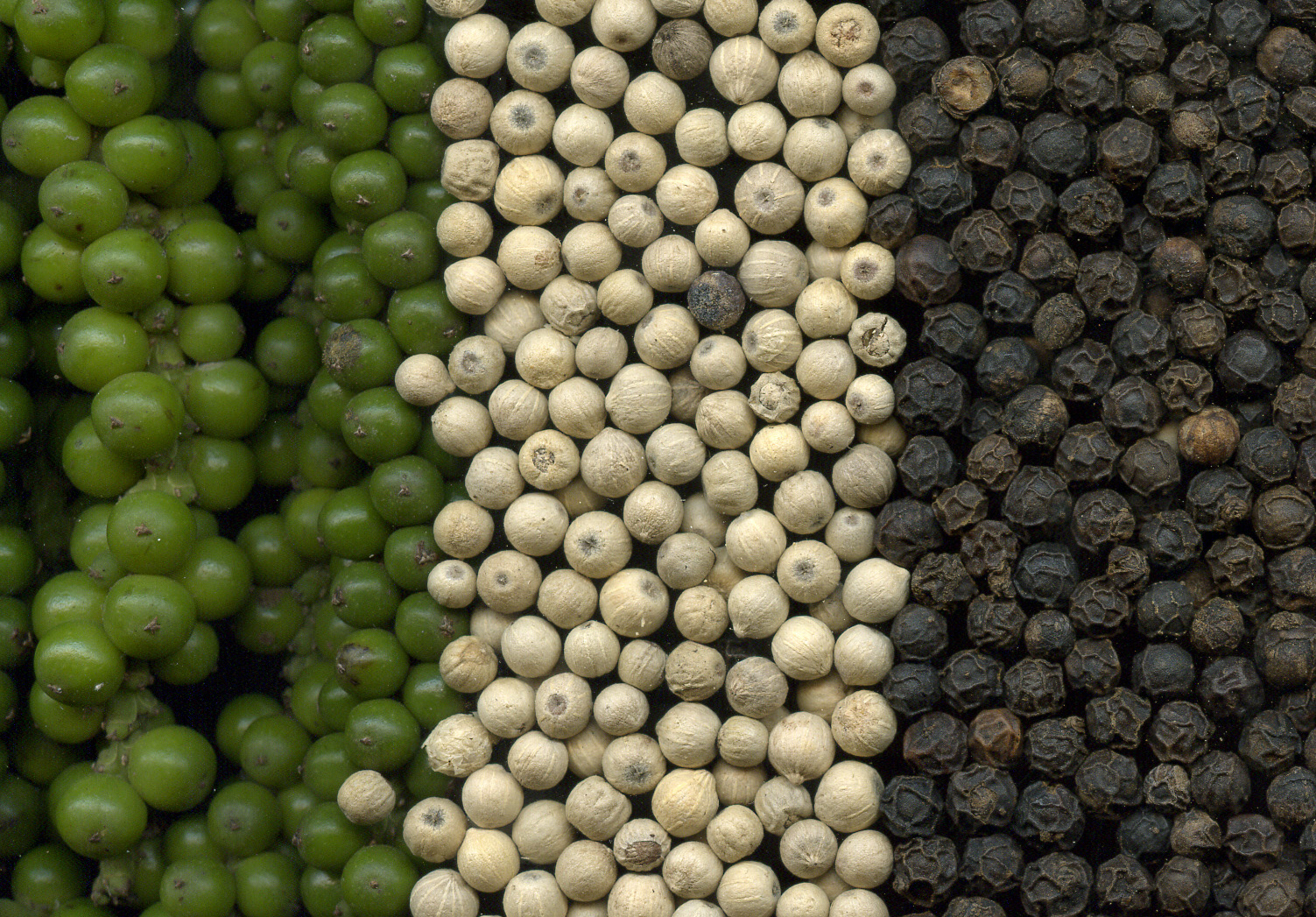
Pfeffer
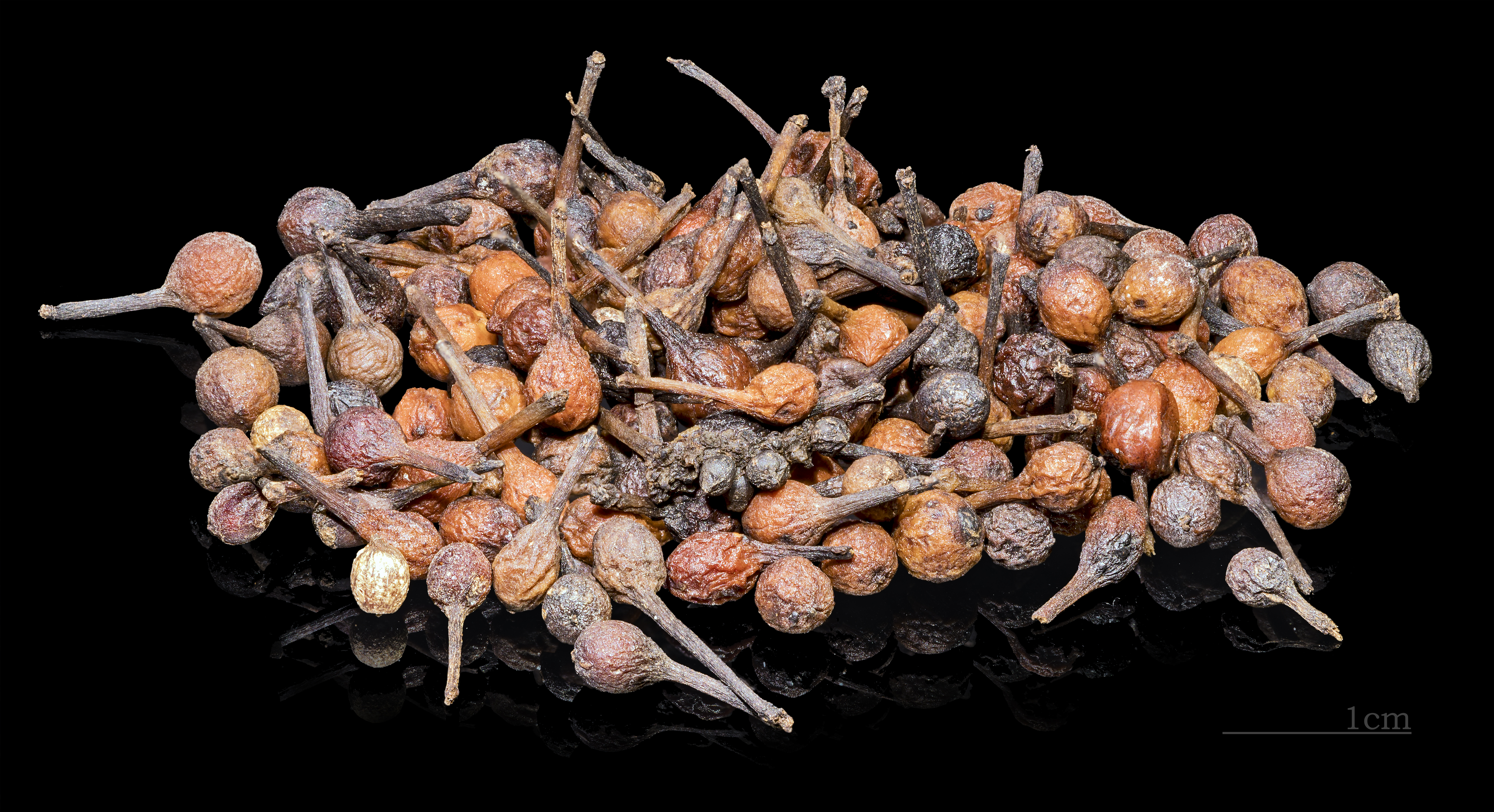
Pfefferverwandte (Piper borbonense, Piper guineense, Piper retrofractum, Piper amalago, Piper capense, Piper excelsum)
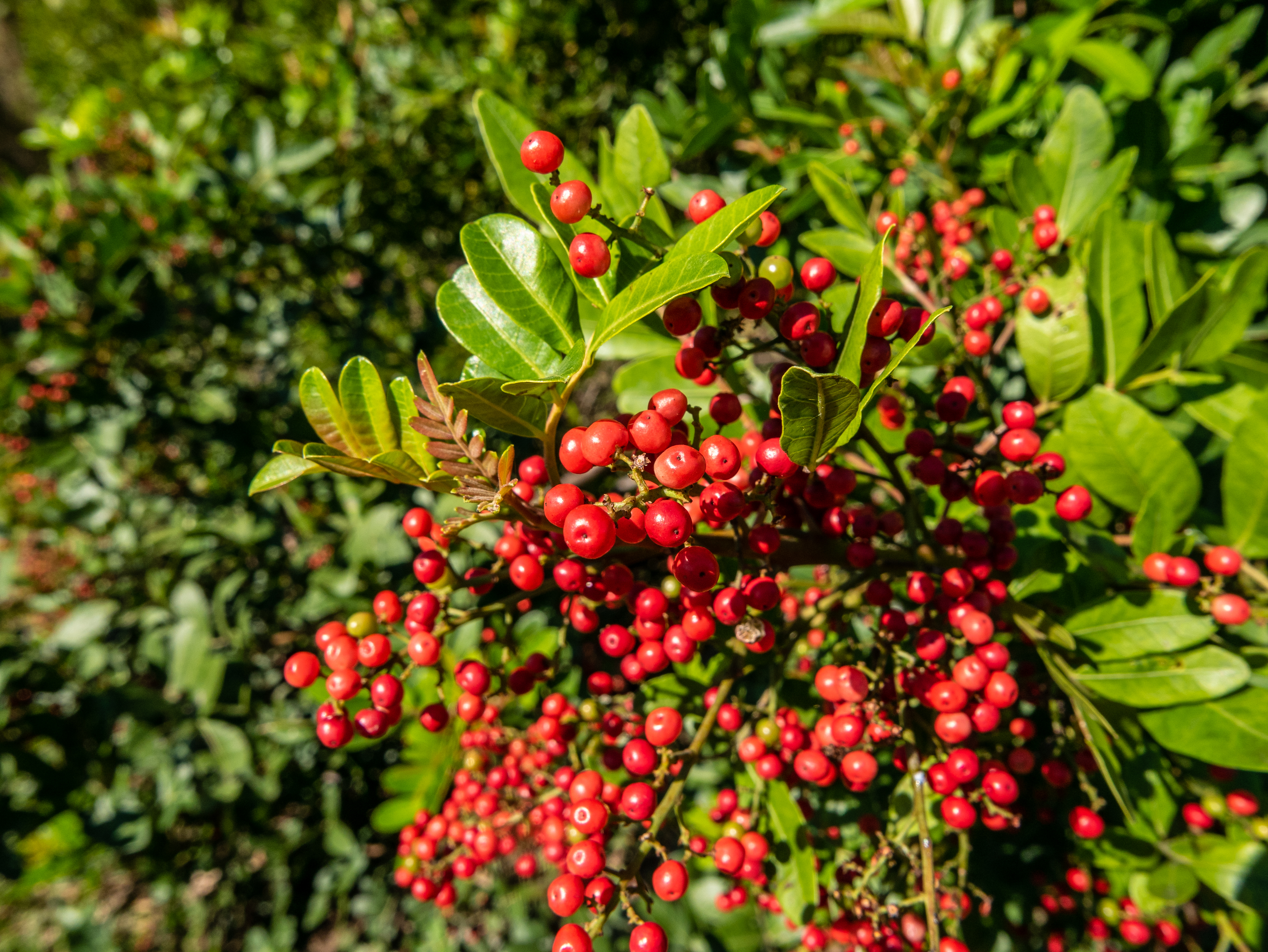
Pfefferbaum (Rosa Pfeffer) (Brasilianischer Pfefferbaum, Peruanischer Pfefferbaum)
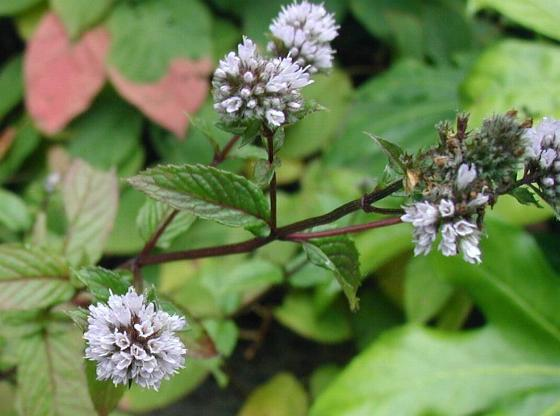
Pfefferminze
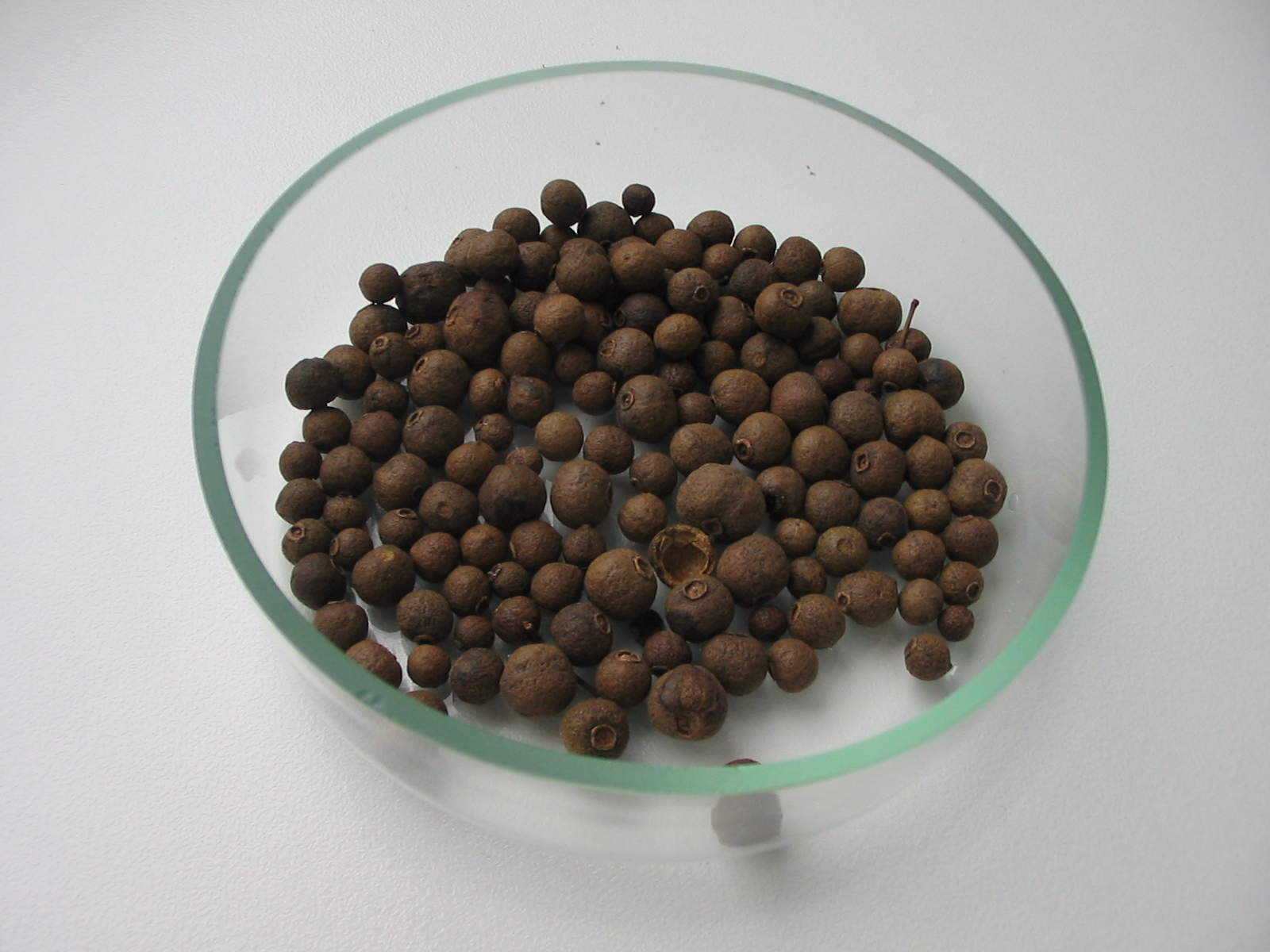
Piment (auch die Blätter werden verwendet)
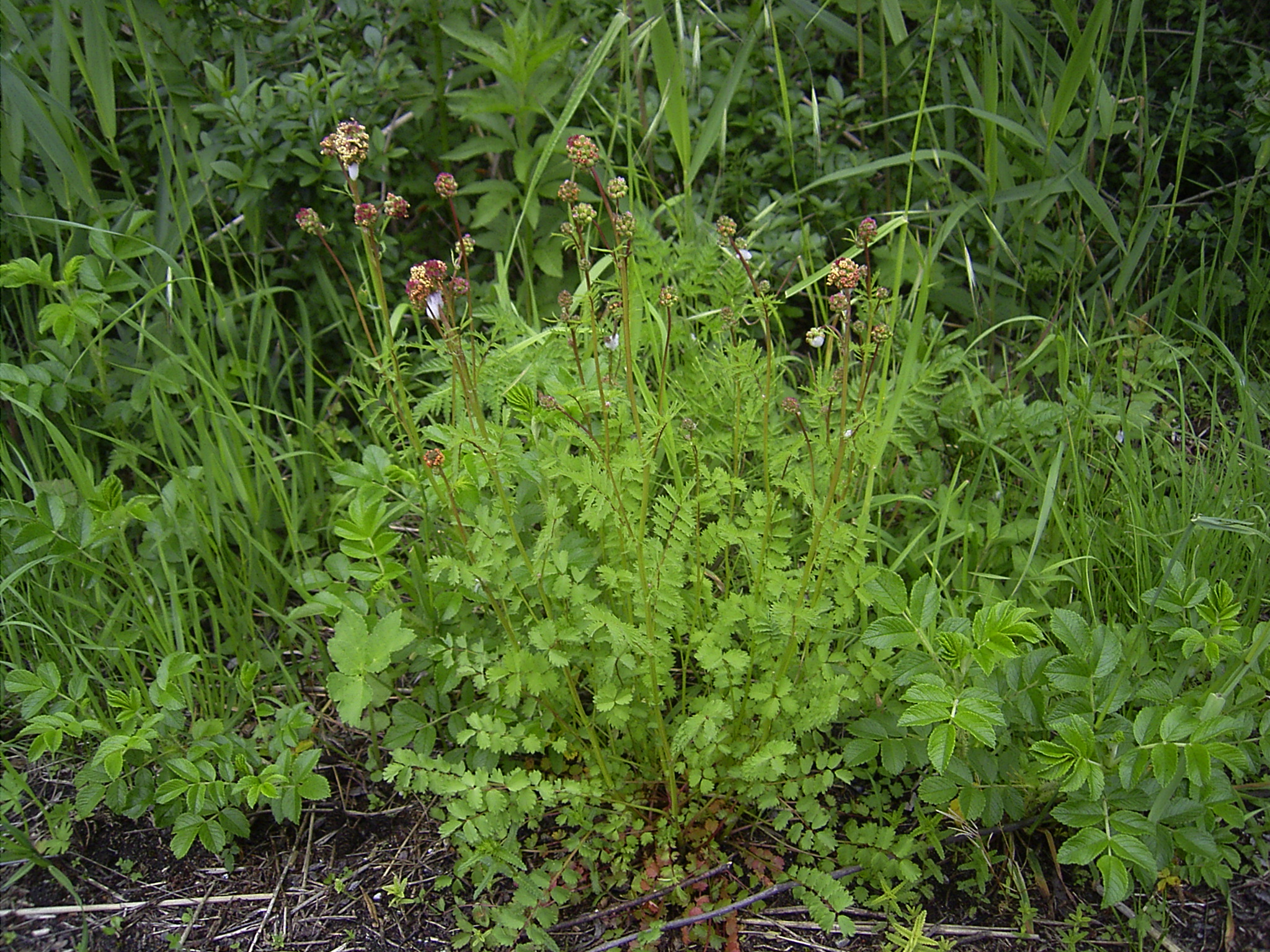
Pimpinelle
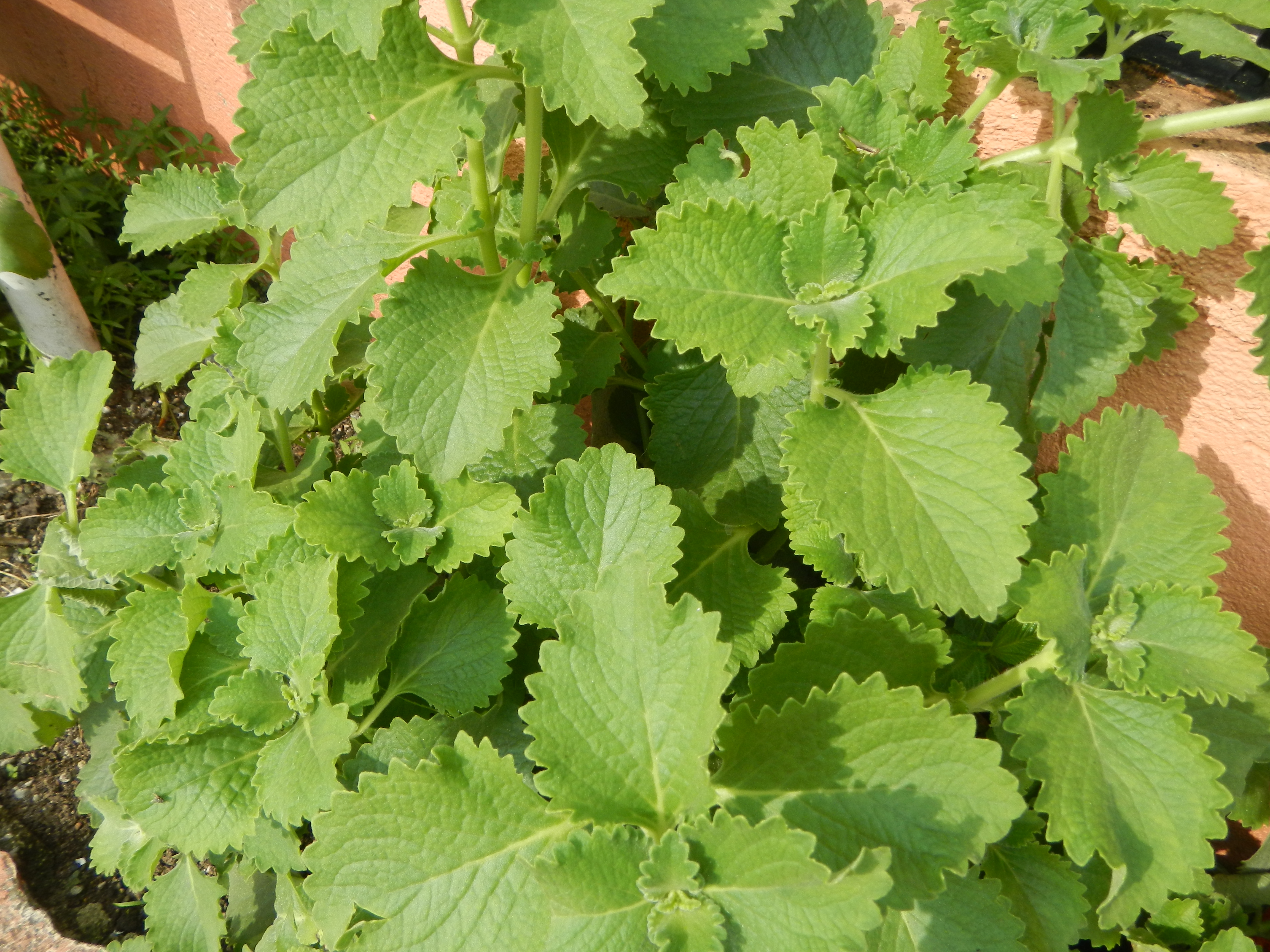
Plectranthus amboinicus (Kubanischer Oregano)
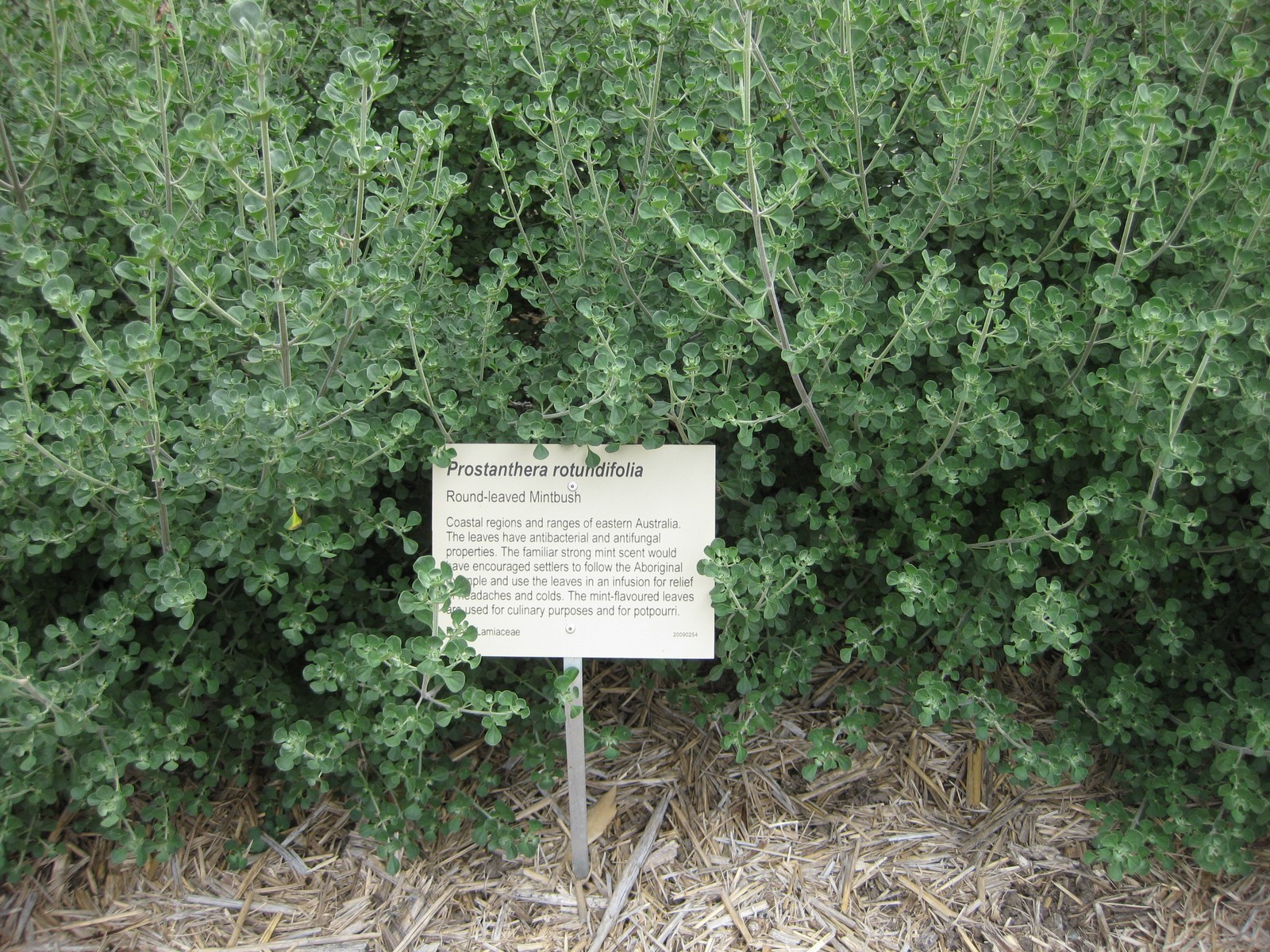
Prostanthera rotundifolia
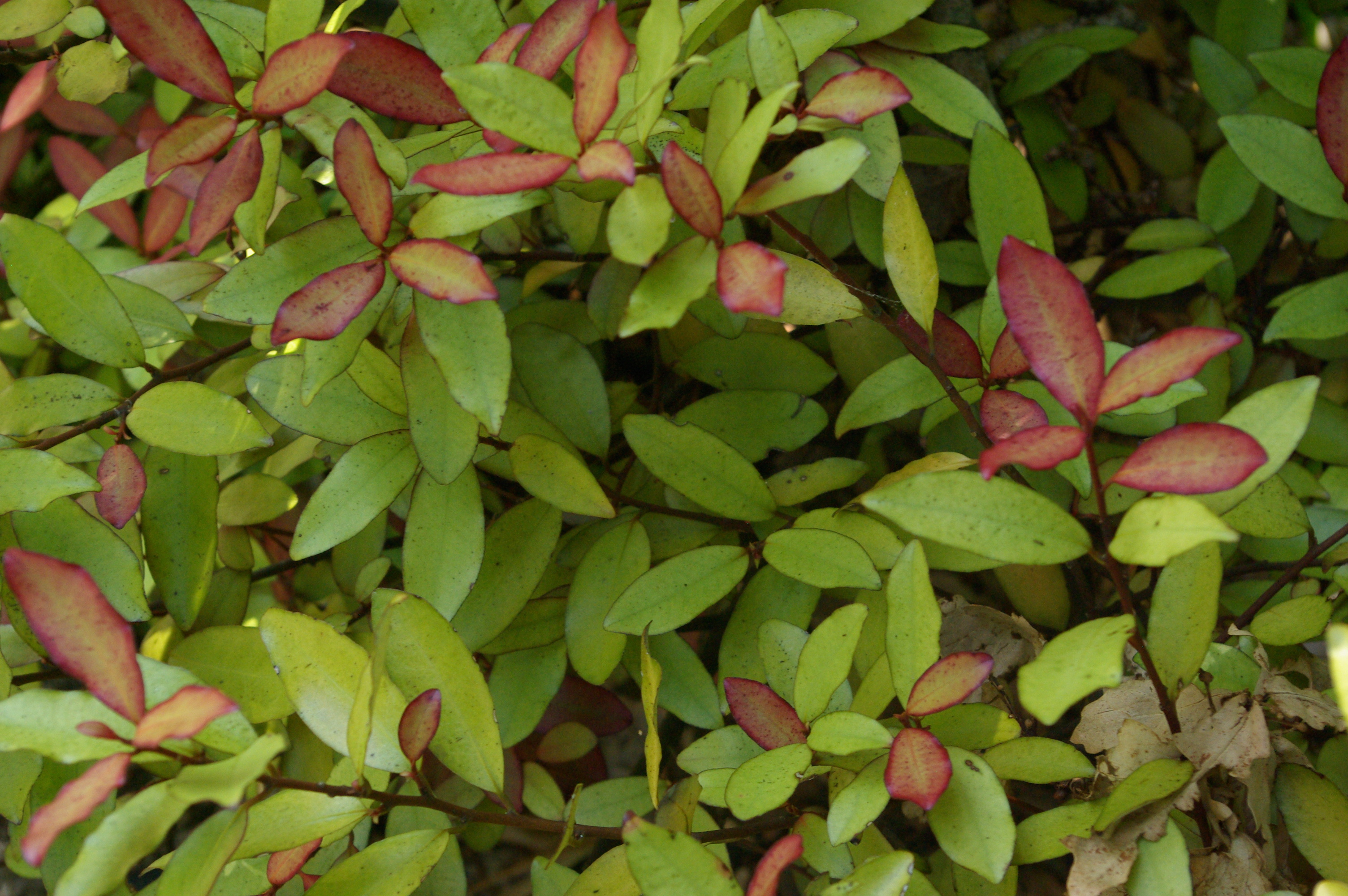
Pseudowintera colorata (Horopito) (Blätter)
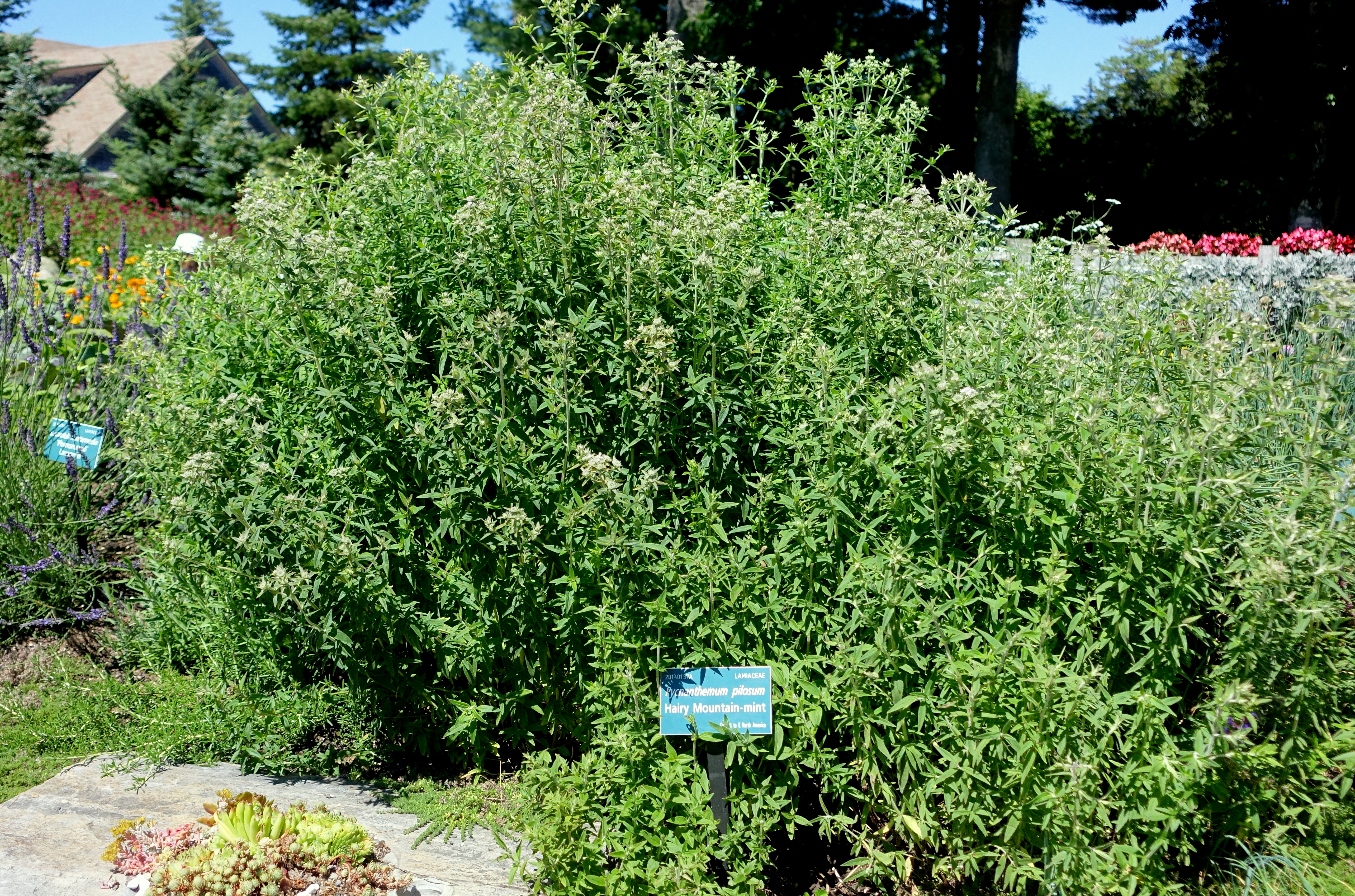
Pycnanthemum verticillatum var. pilosum (Syn.: Pycnanthemum pilosum)
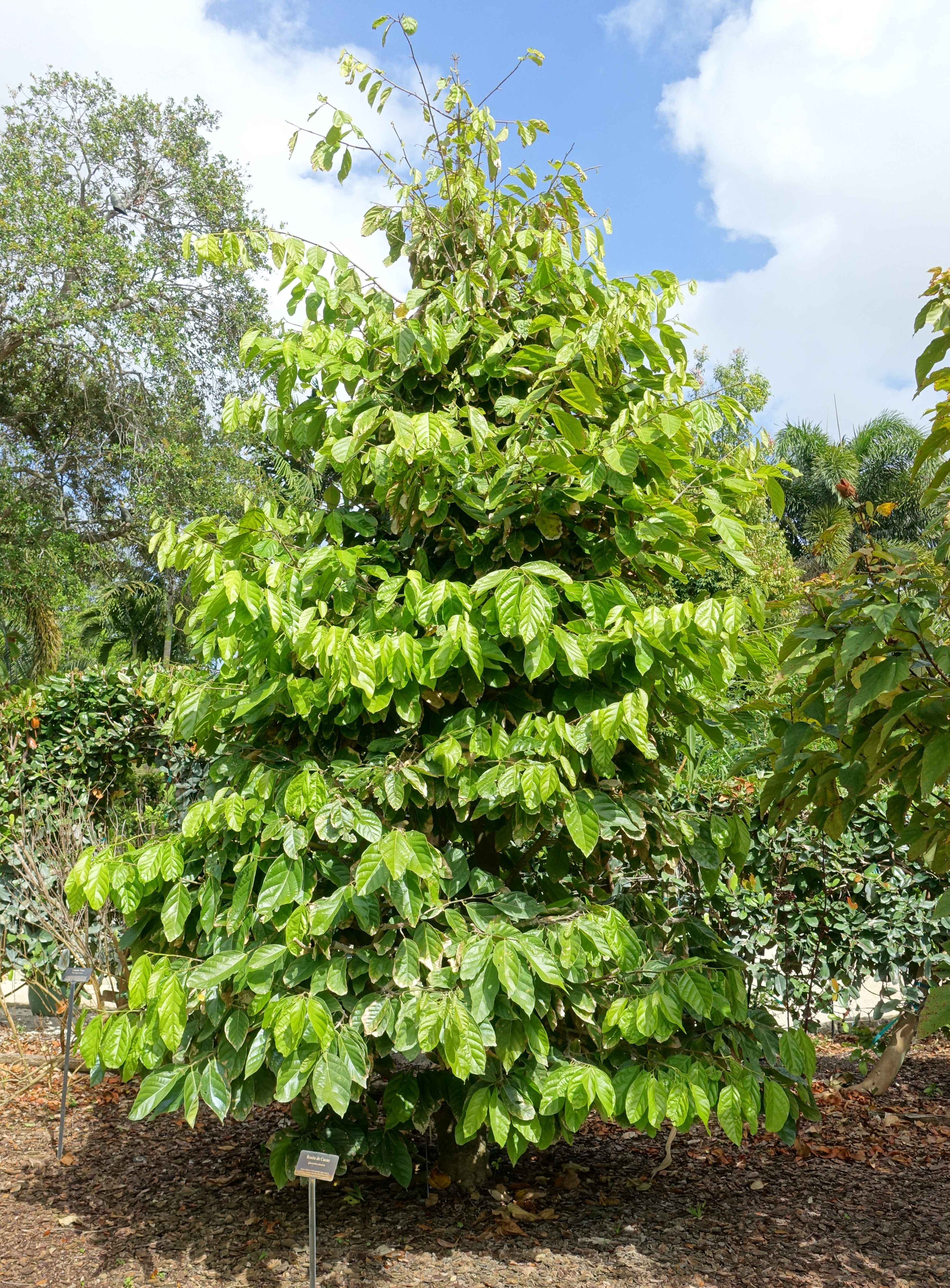
Quararibea funebris (Rosita de Cacao) (Blüten; nicht im Bild)
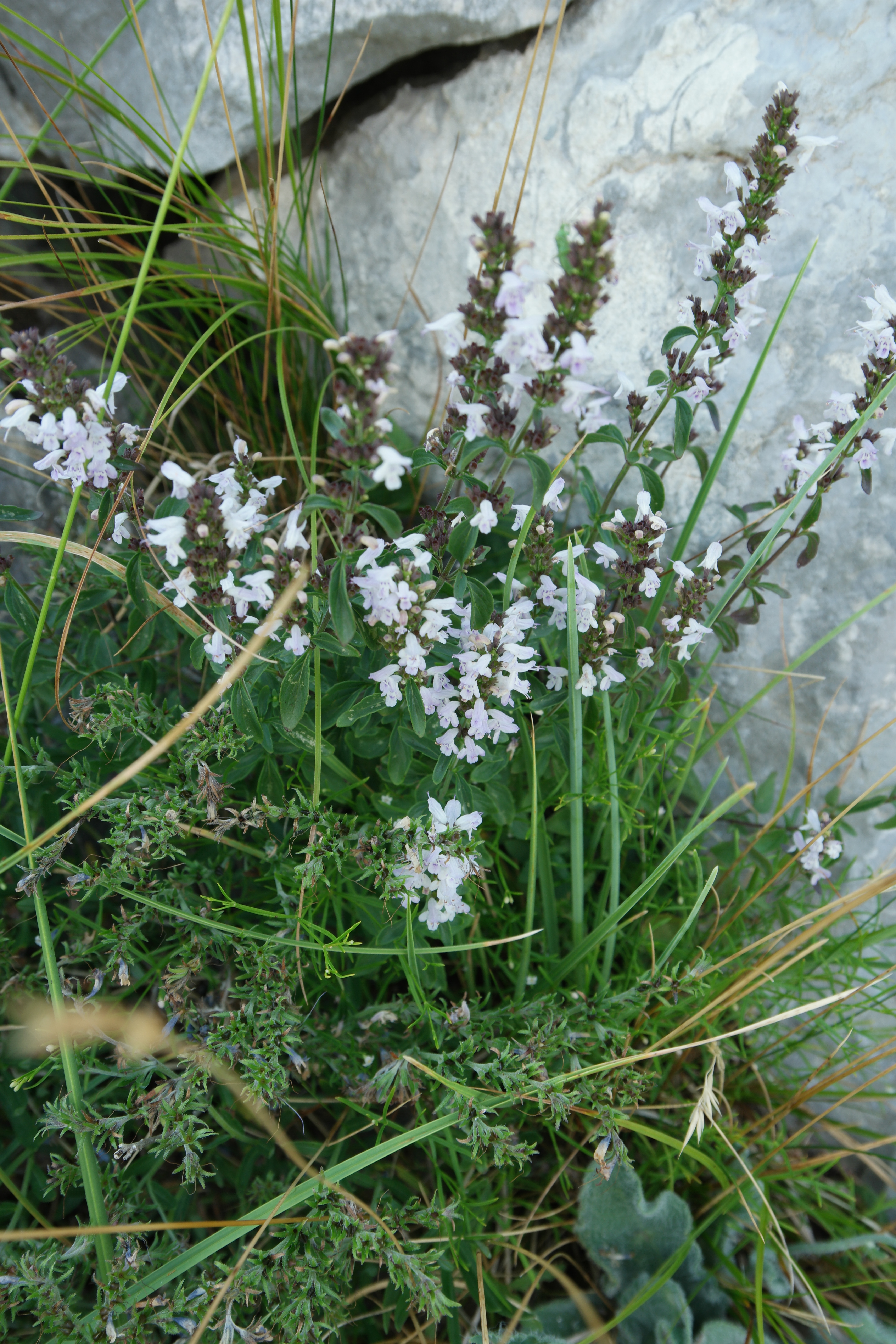
Quendelblättrige Bergminze (auch Wald-Bergminze, Gemeiner Wirbeldost, Feld-Steinquendel, Großblütige Bergminze, Kleinblütige Bergminze, Clinopodium graveolens subsp. graveolens, Clinopodium serpyllifolium subsp. brachycalyx, subsp. serpyllifolium, sowie Arabisches Bergkraut)
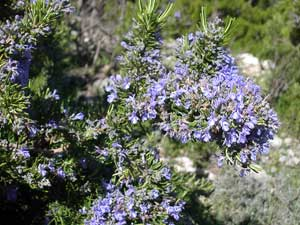
Rosmarin (ähnlich ist Afrikanischer Rosmarin)
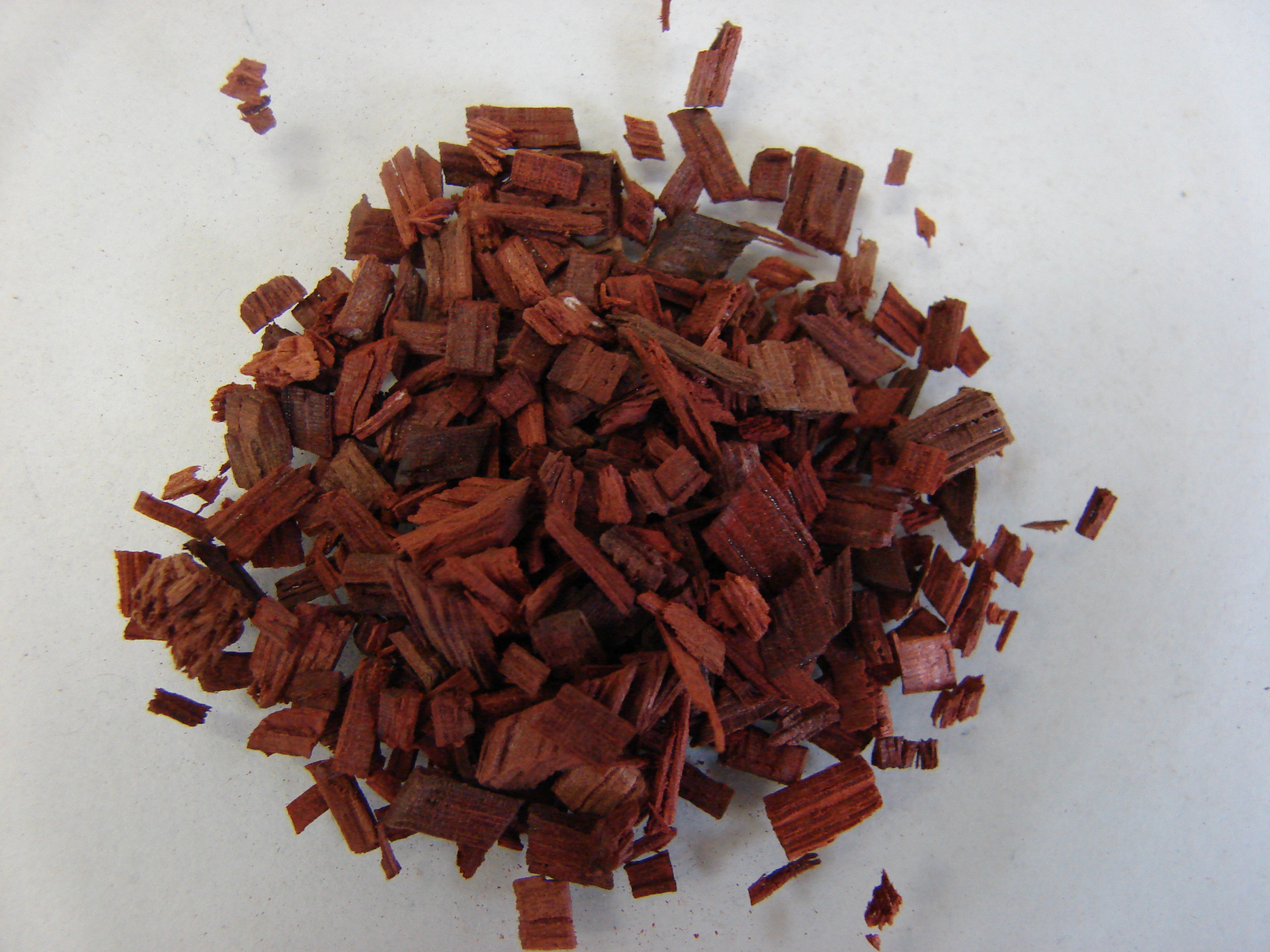
Rotes Sandelholz (Holzpulver zum Rotfärben)
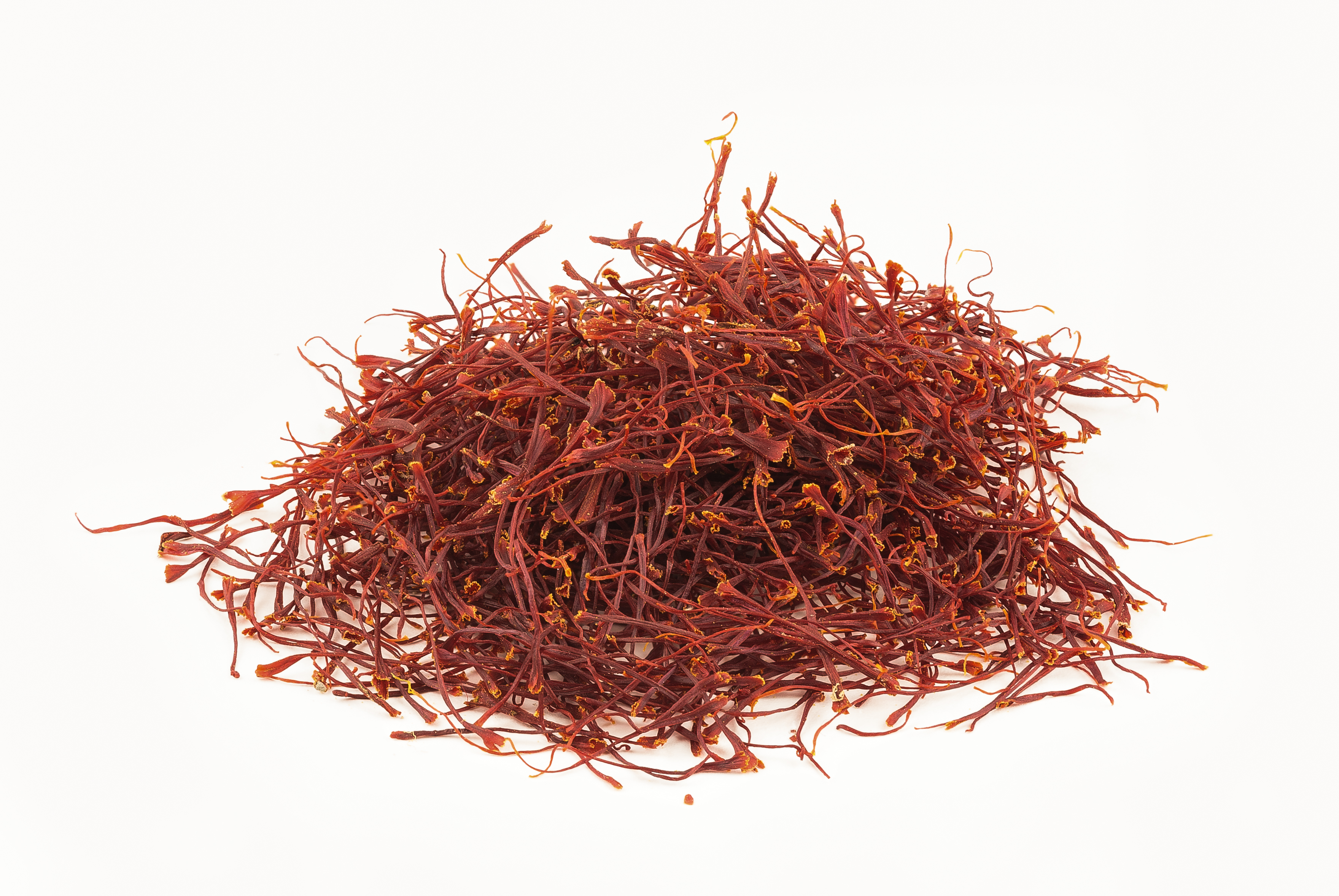
Safran
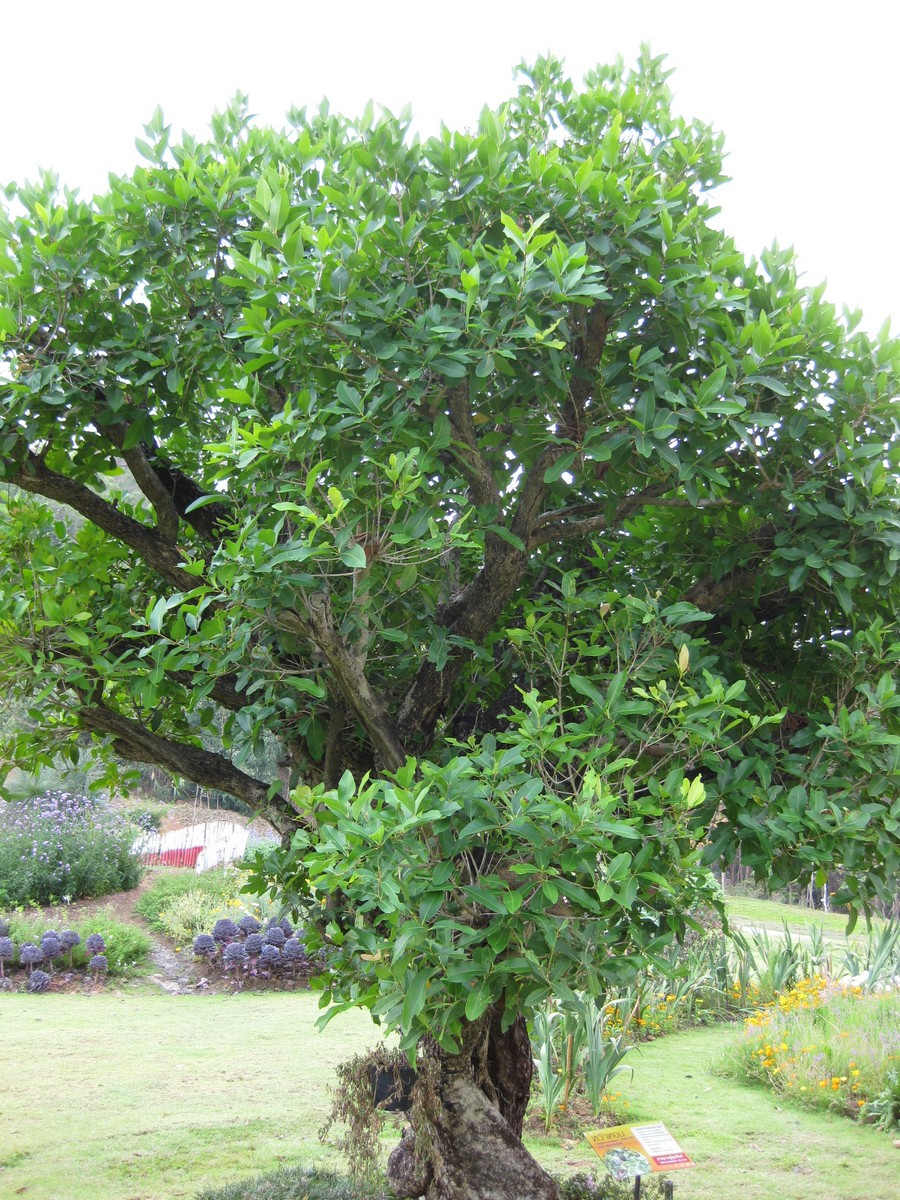
Salam (Indonesischer Lorbeer)
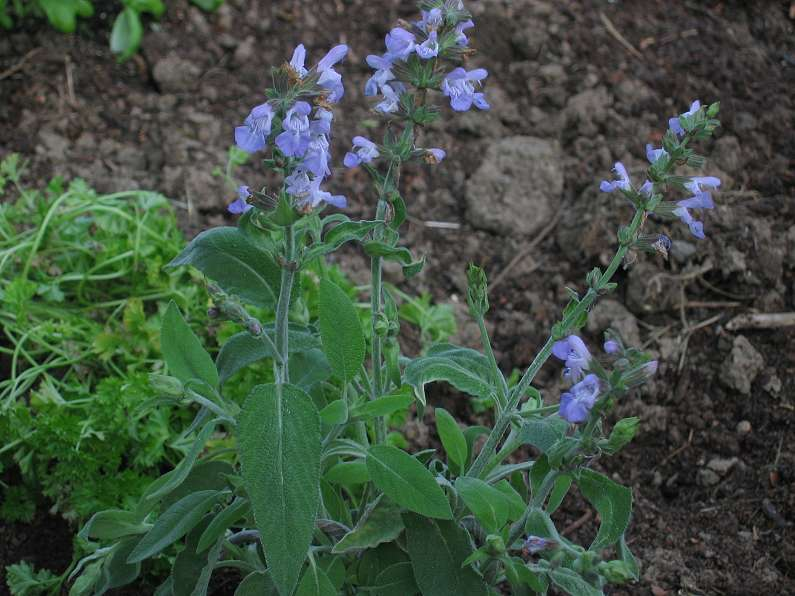
Salbei
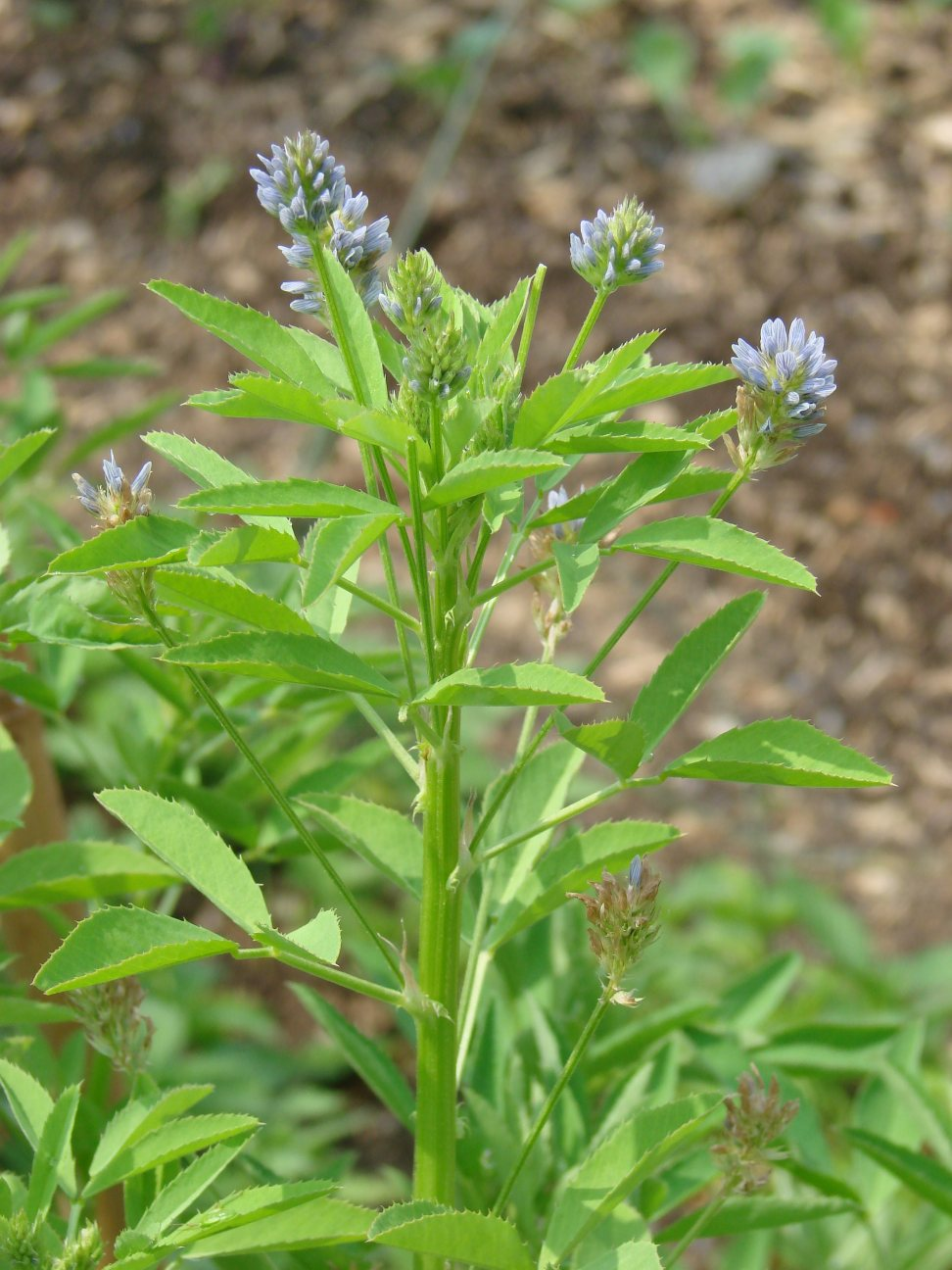
Schabzigerklee
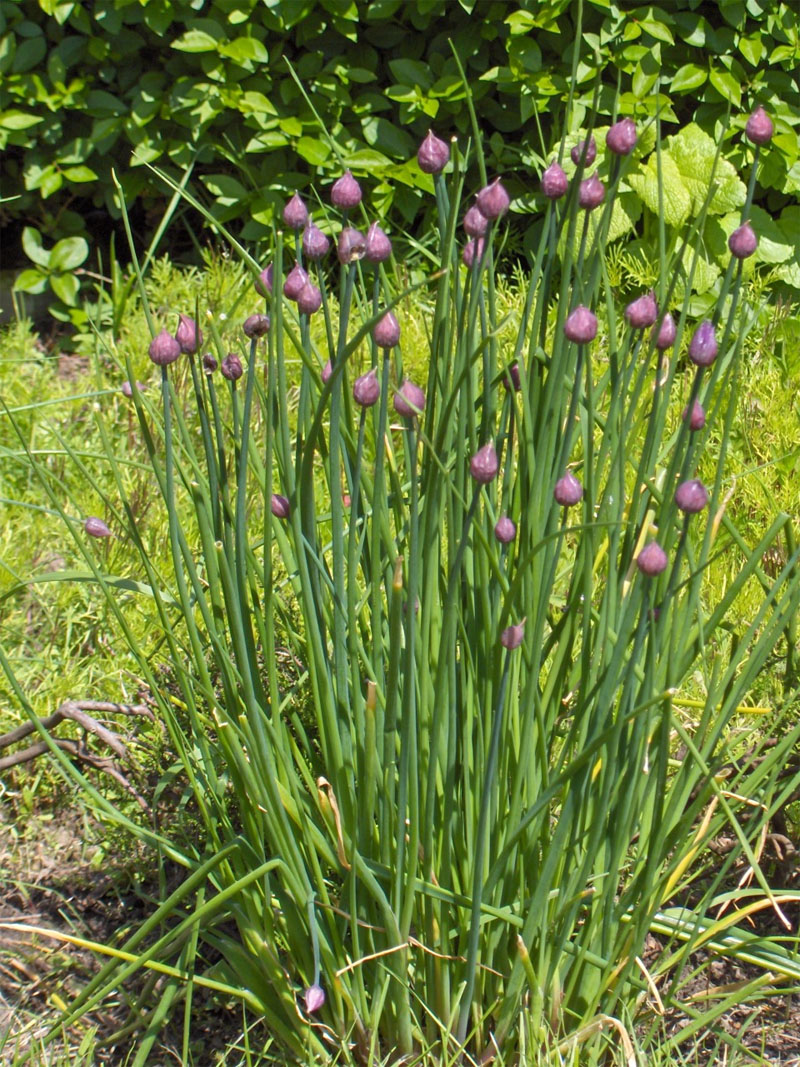
Schnittlauch
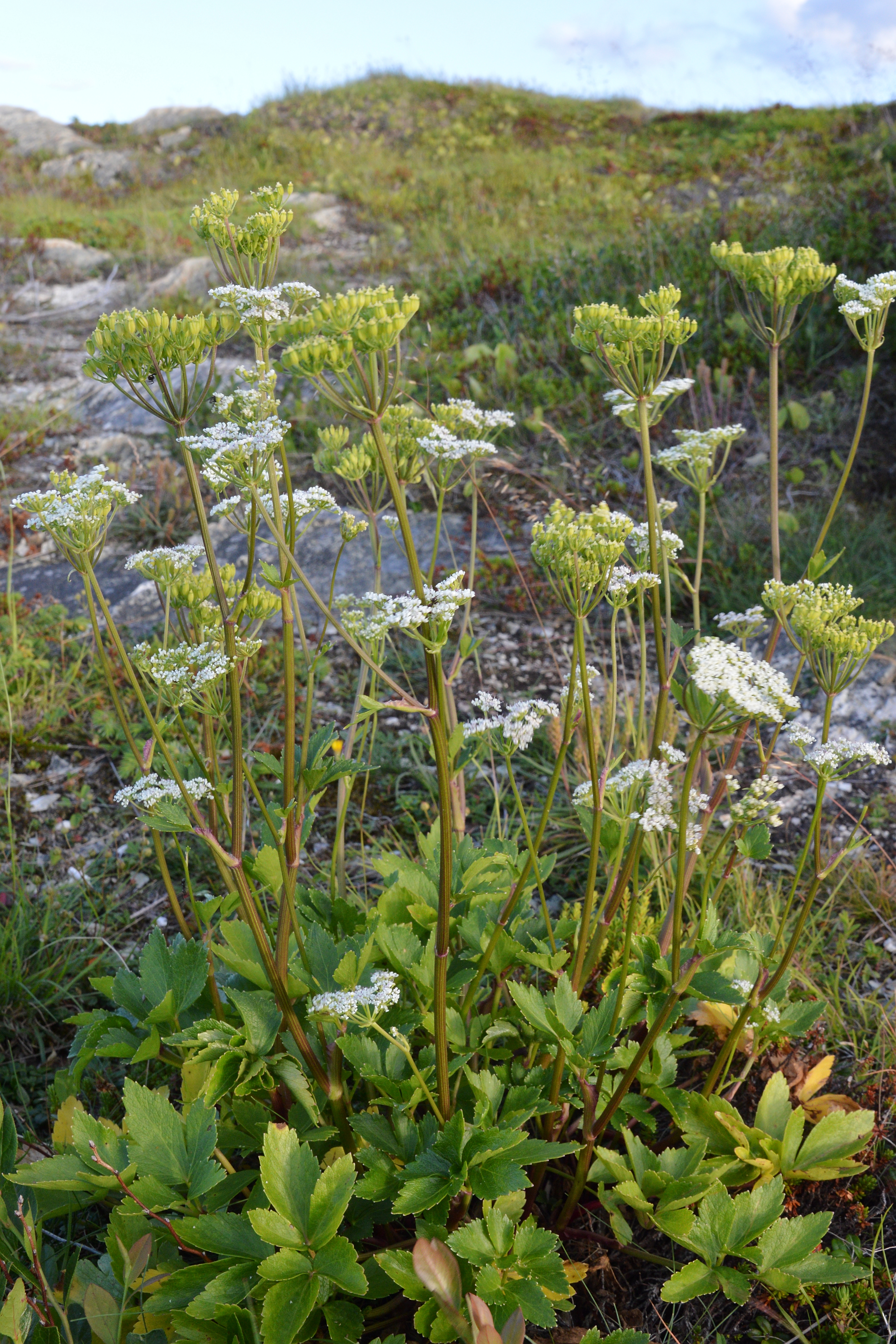
Schottischer Liebstöckel (Blätter, Stängel und Samen) (Wurzeln als Gemüse)
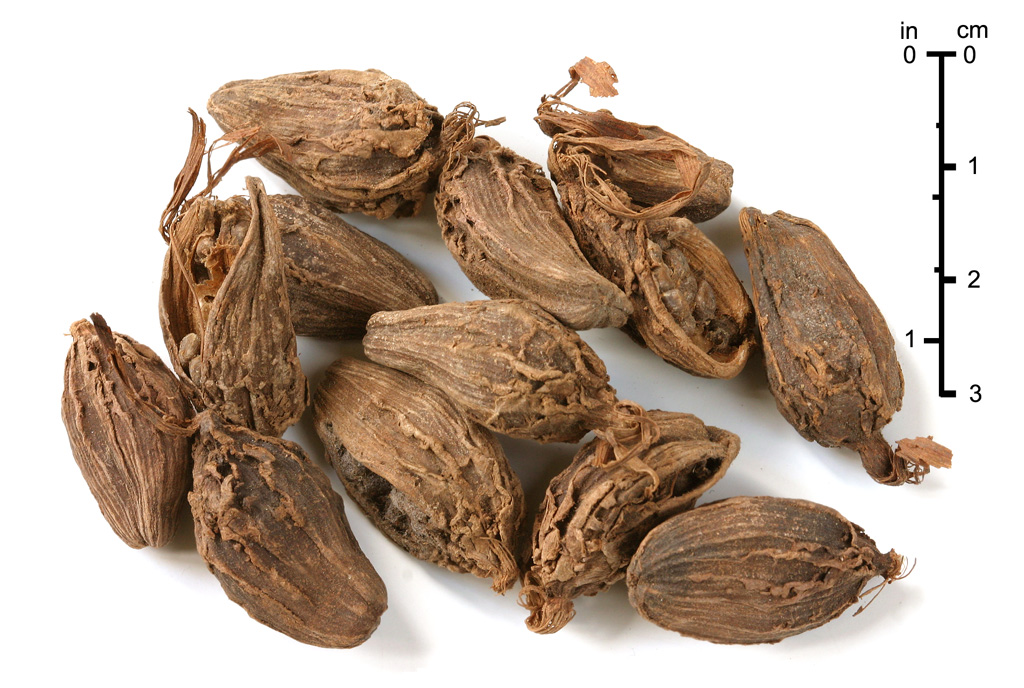
Schwarzer Kardamom
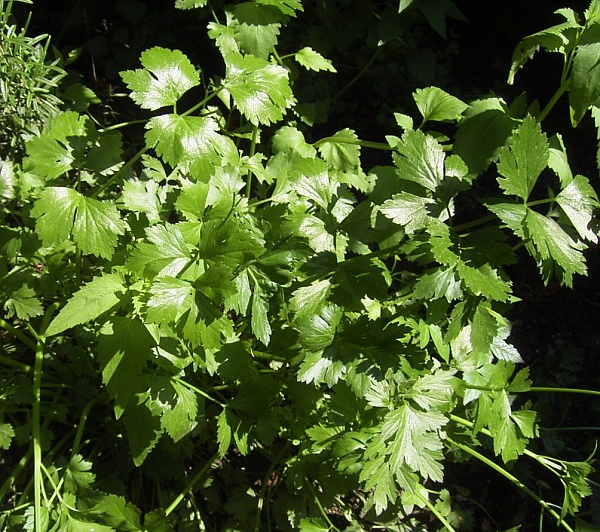
Sellerie (Blätter, Wurzeln und Samen)
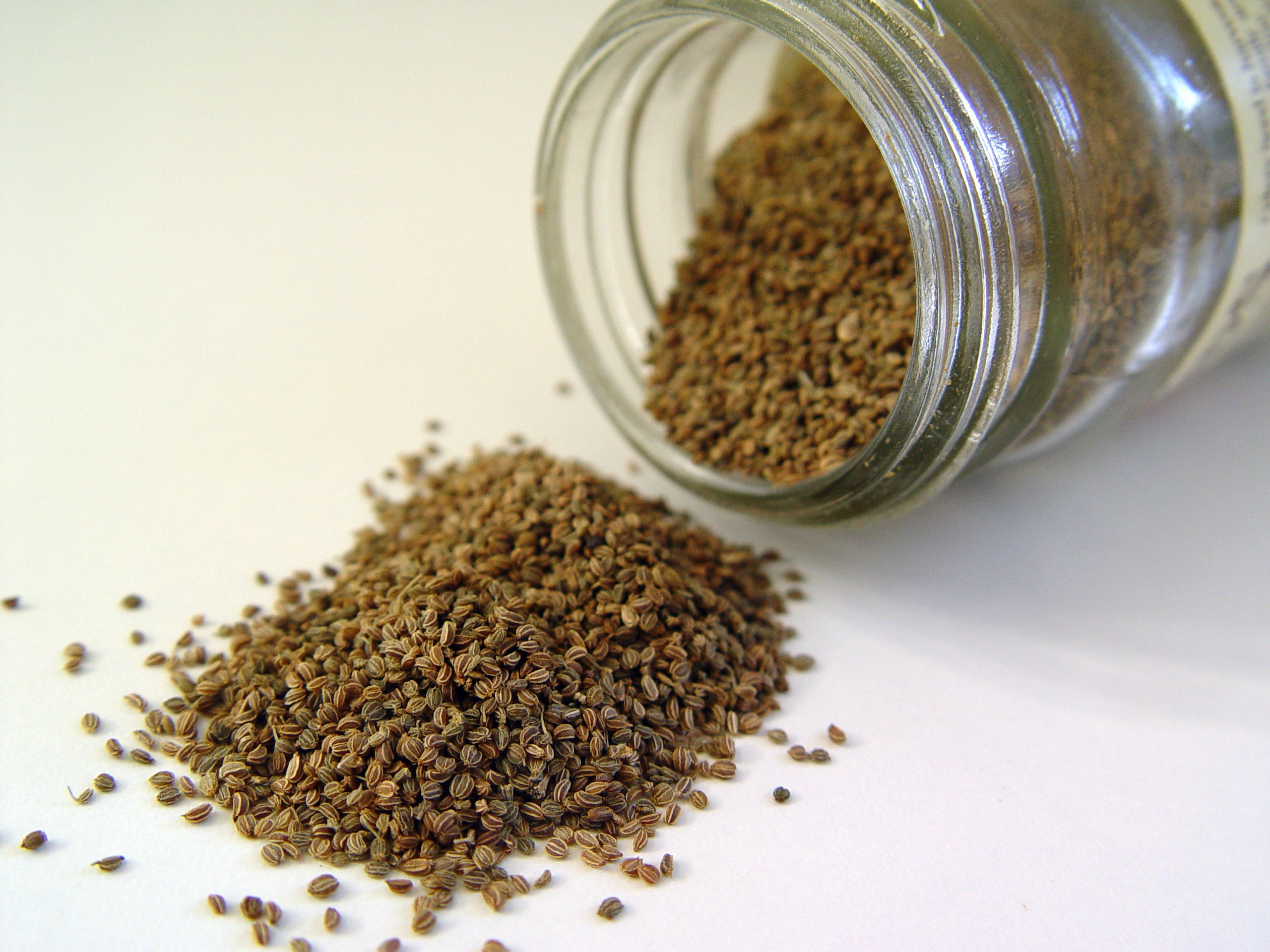
Selleriesamen
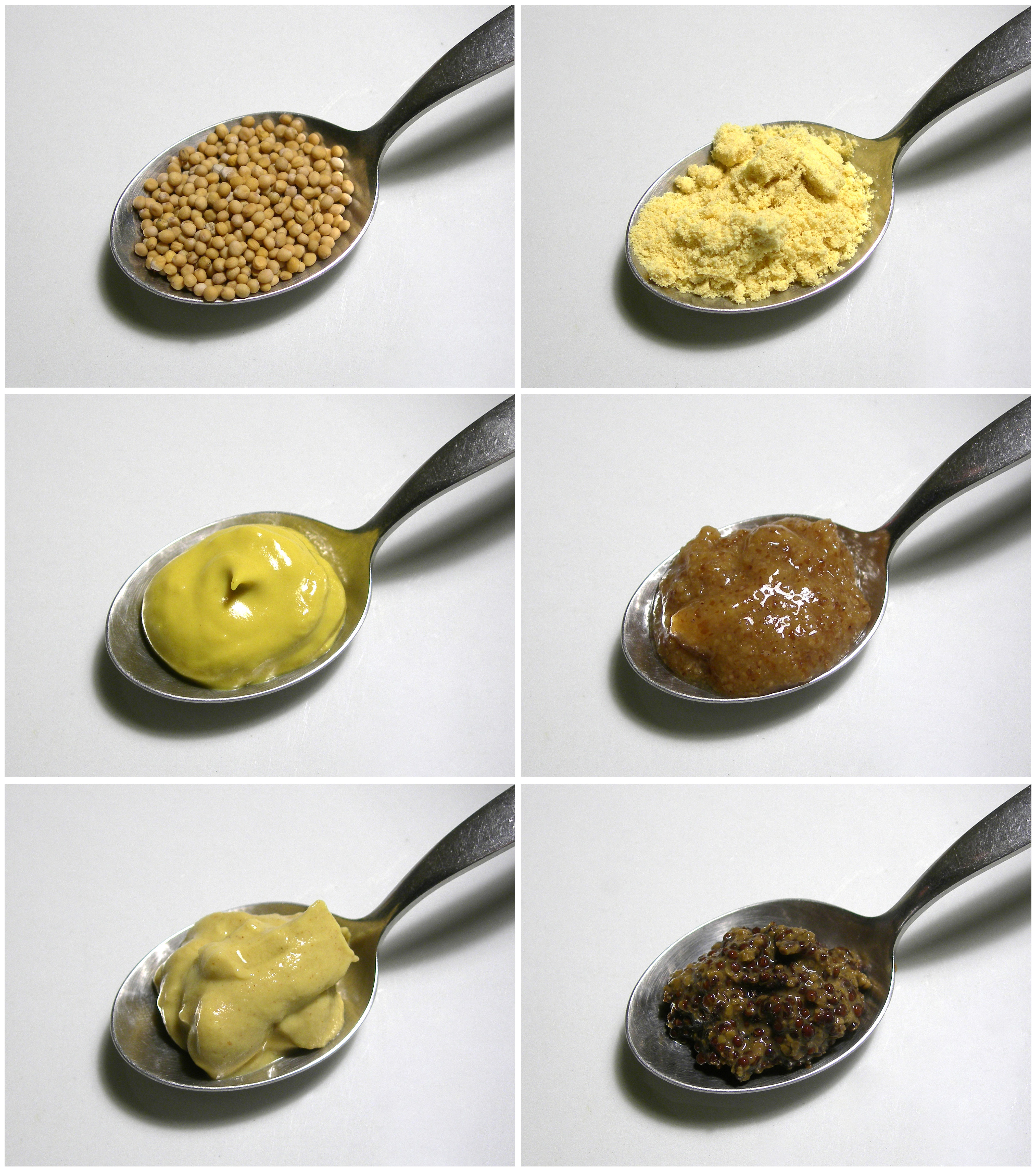
Senf
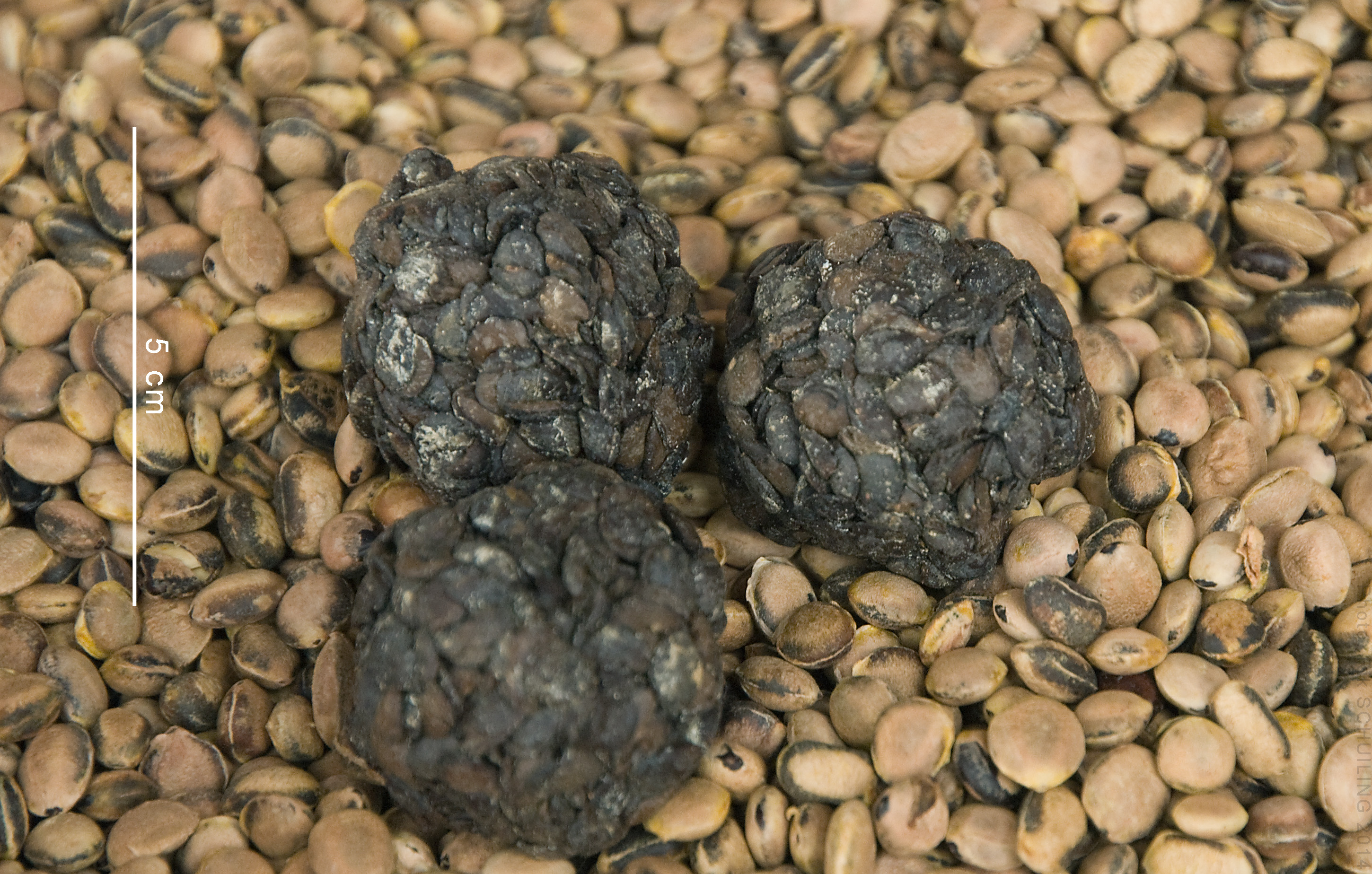
Soumbala (Iru)
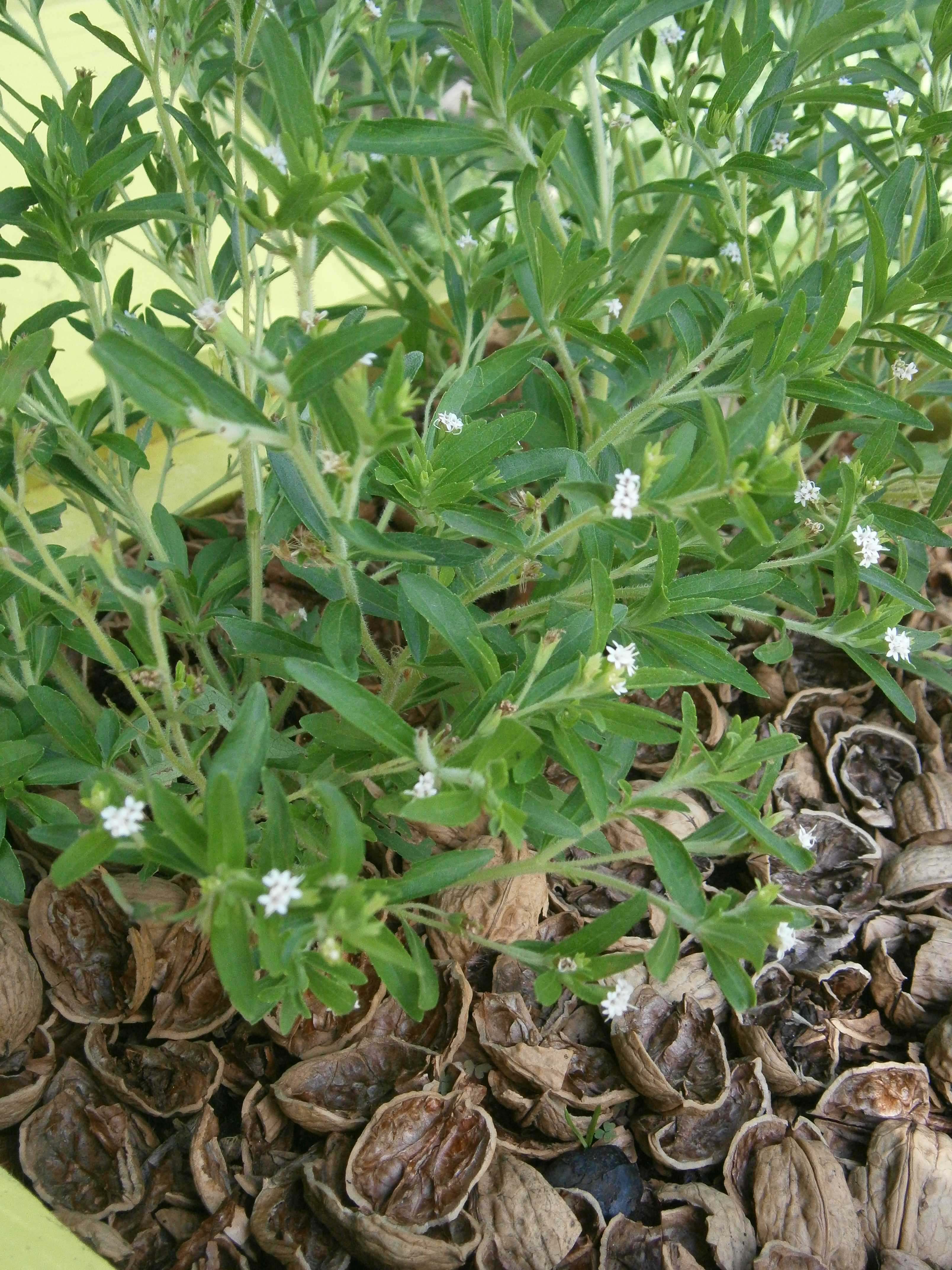
Stevia
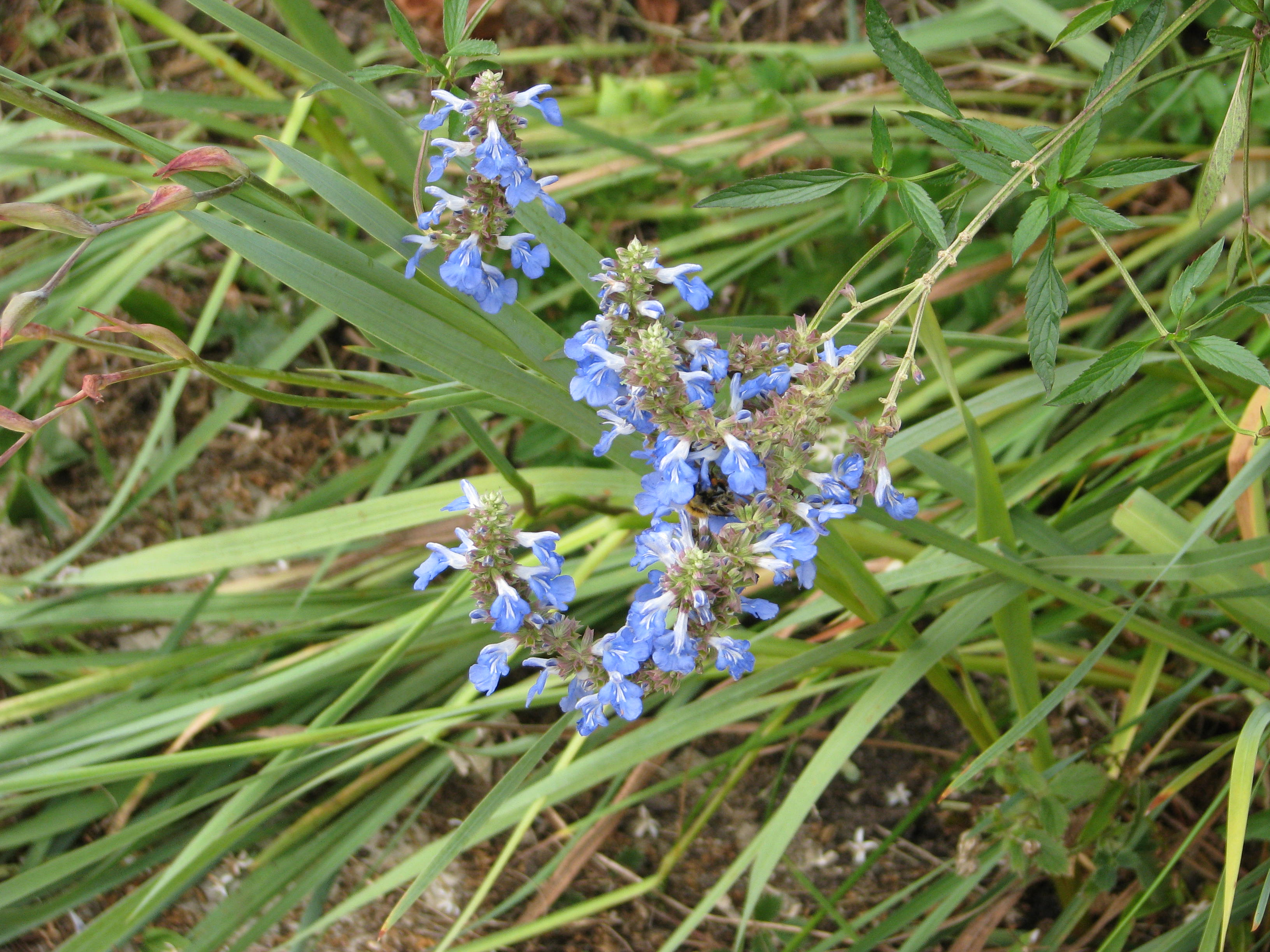
Sumpf-Salbei (Pfeffer-Salbei) (Blüten und Blätter)
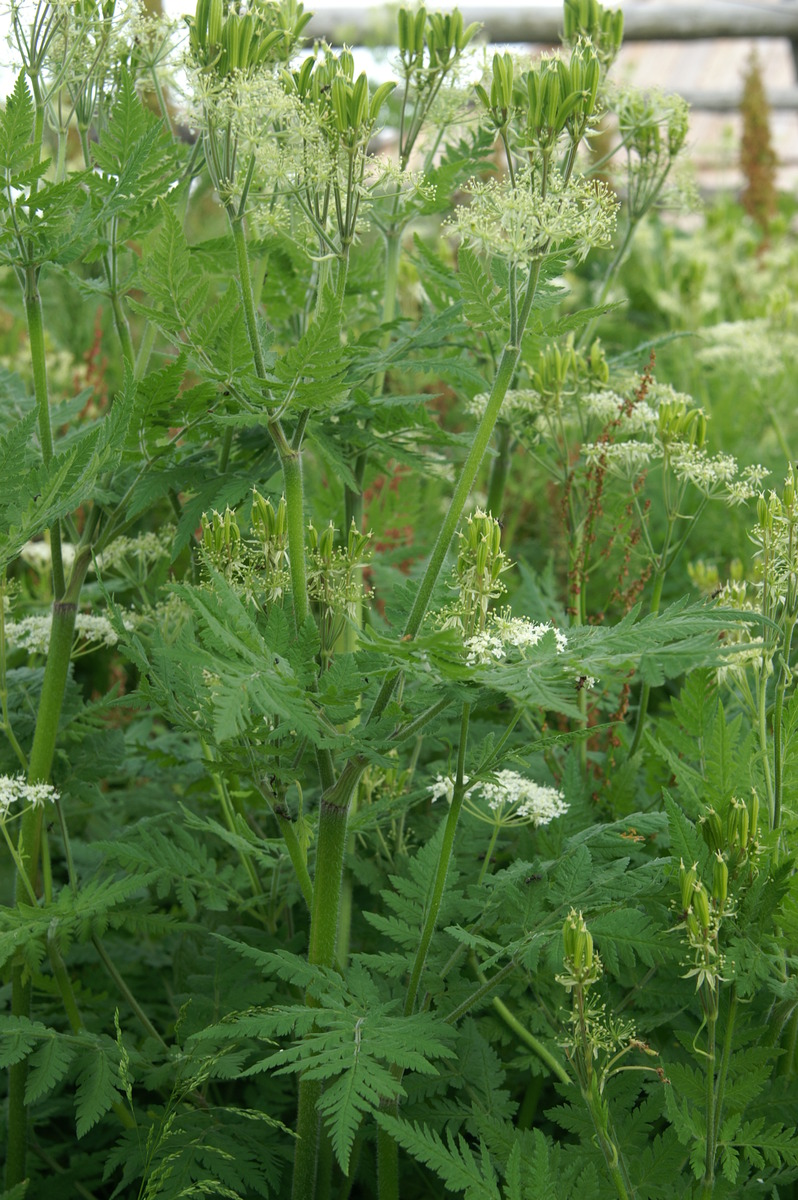
Süßdolde
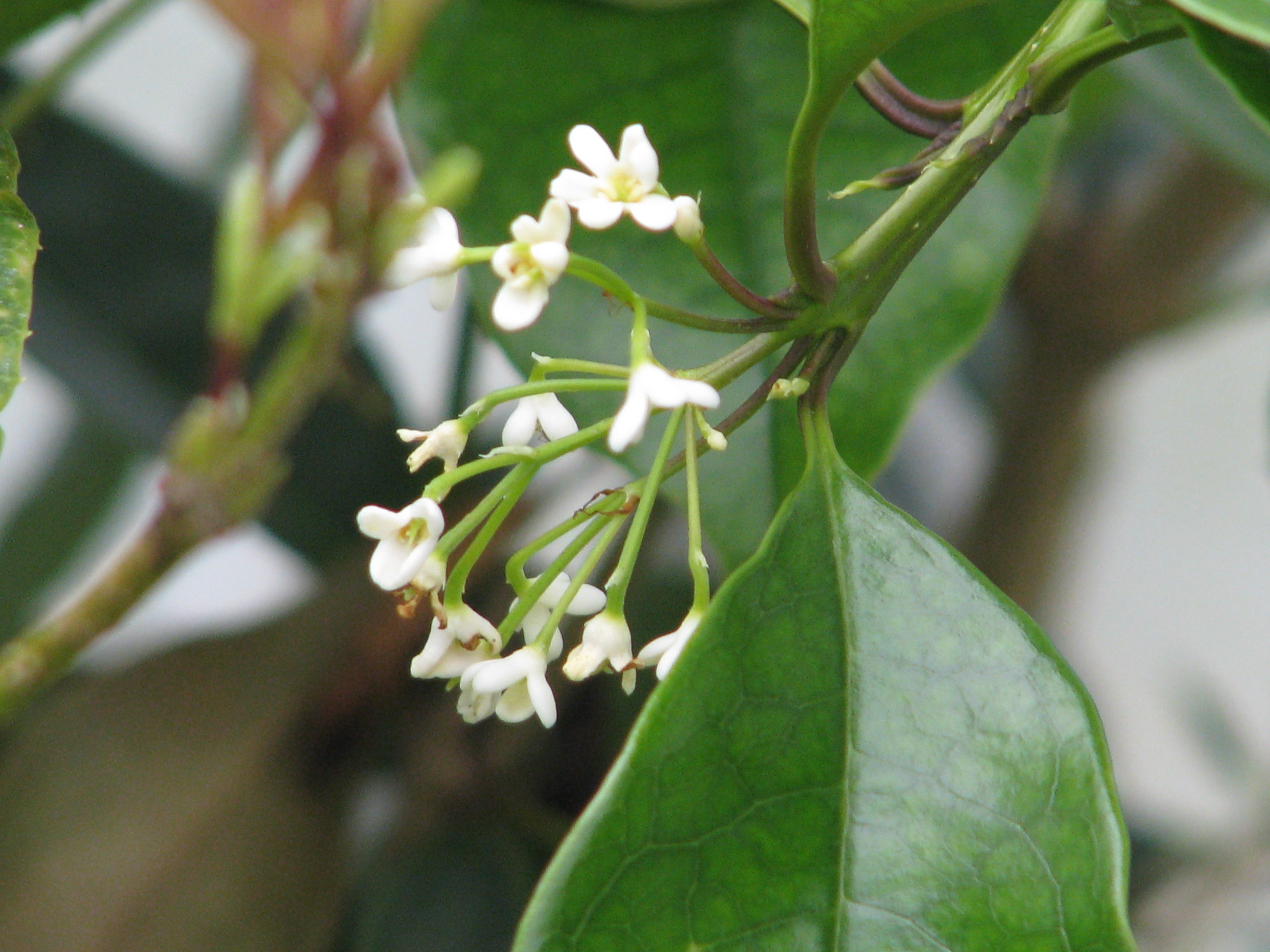
Süße Duftblüte
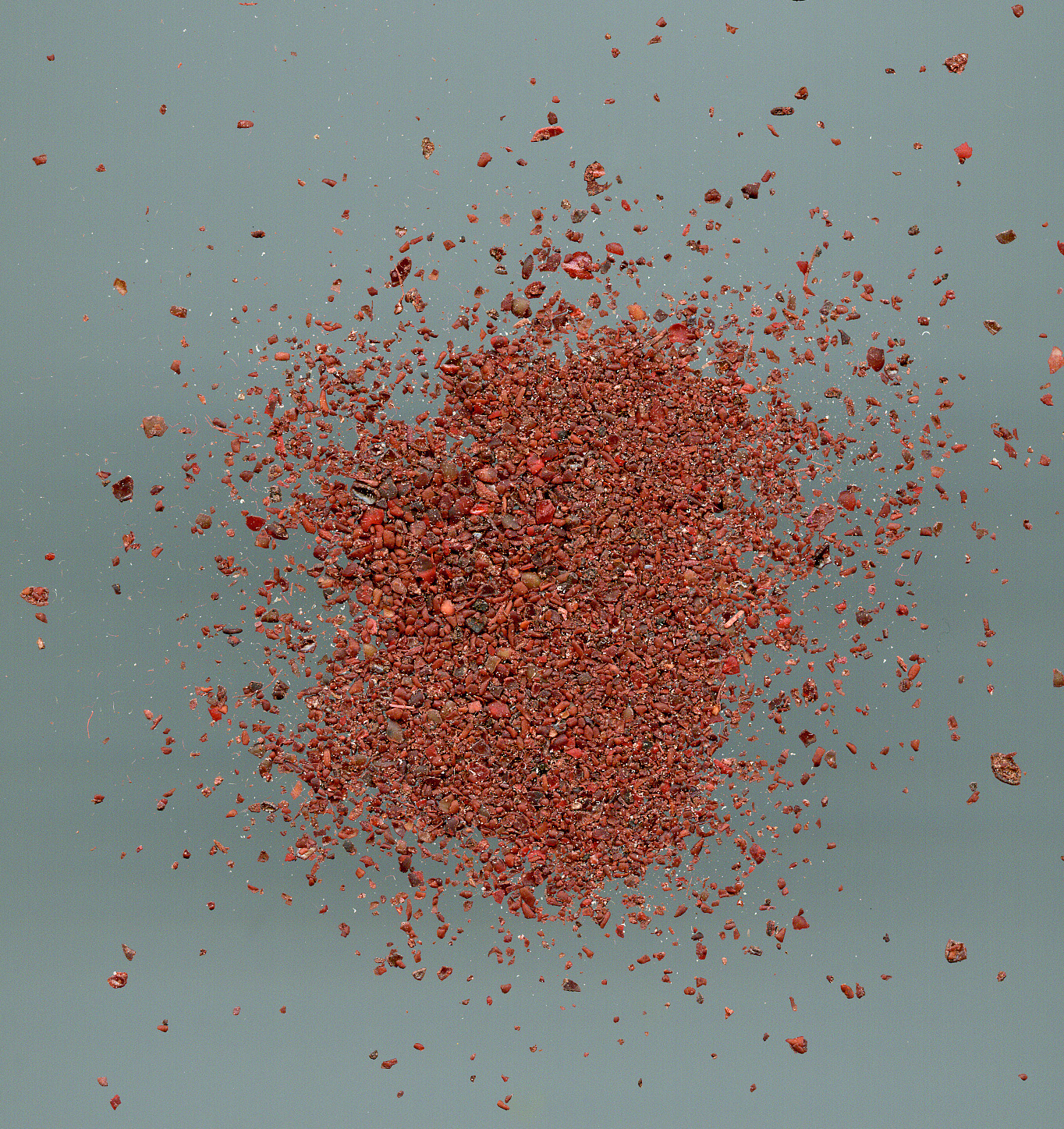
Sumak
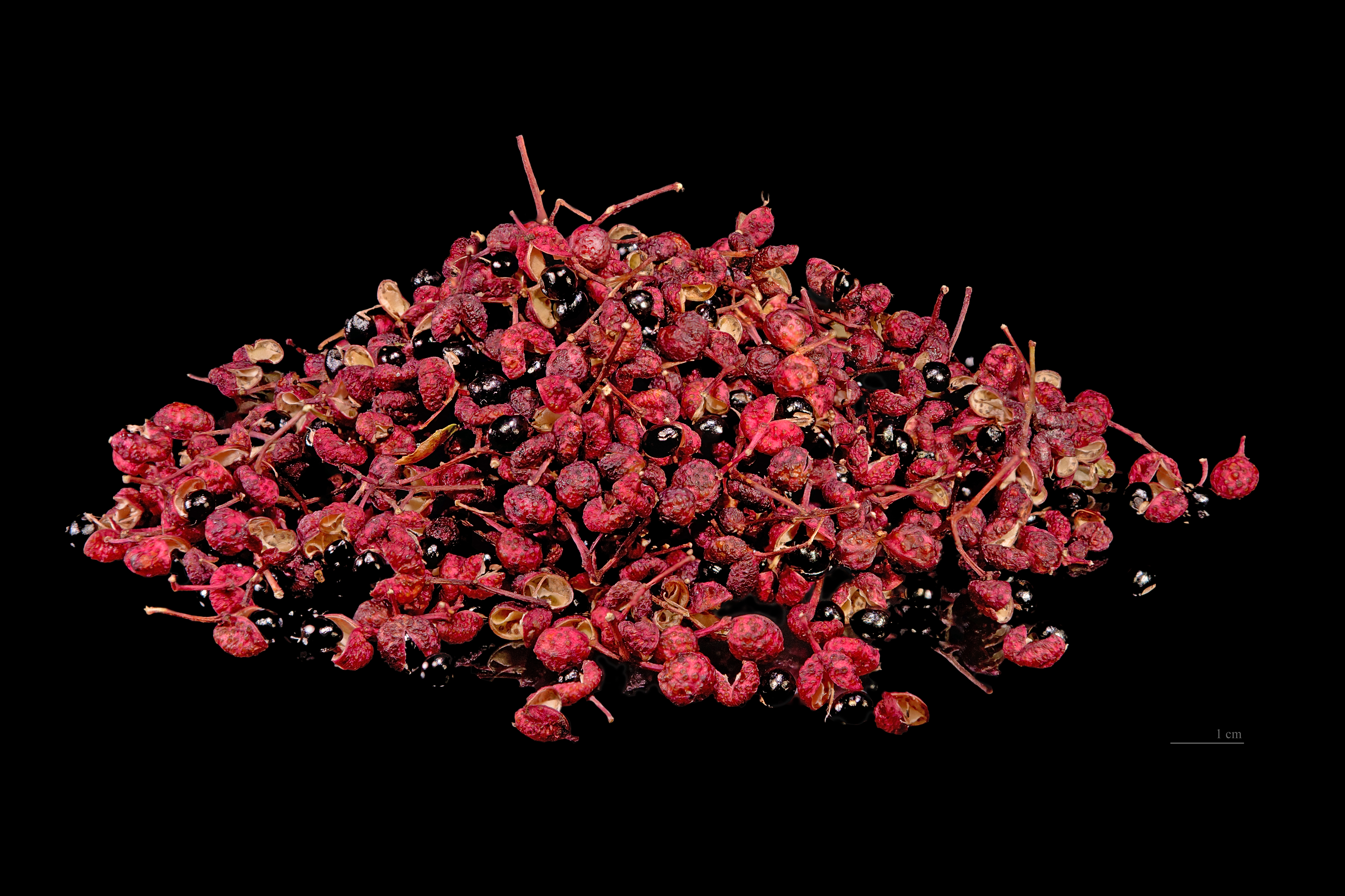
Szechuanpfeffer (auch Zanthoxylum armatum, Zanthoxylum schinifolium, Zanthoxylum rhetsa, Zanthoxylum simulans u. a.) (Früchte, Samen und Blätter)
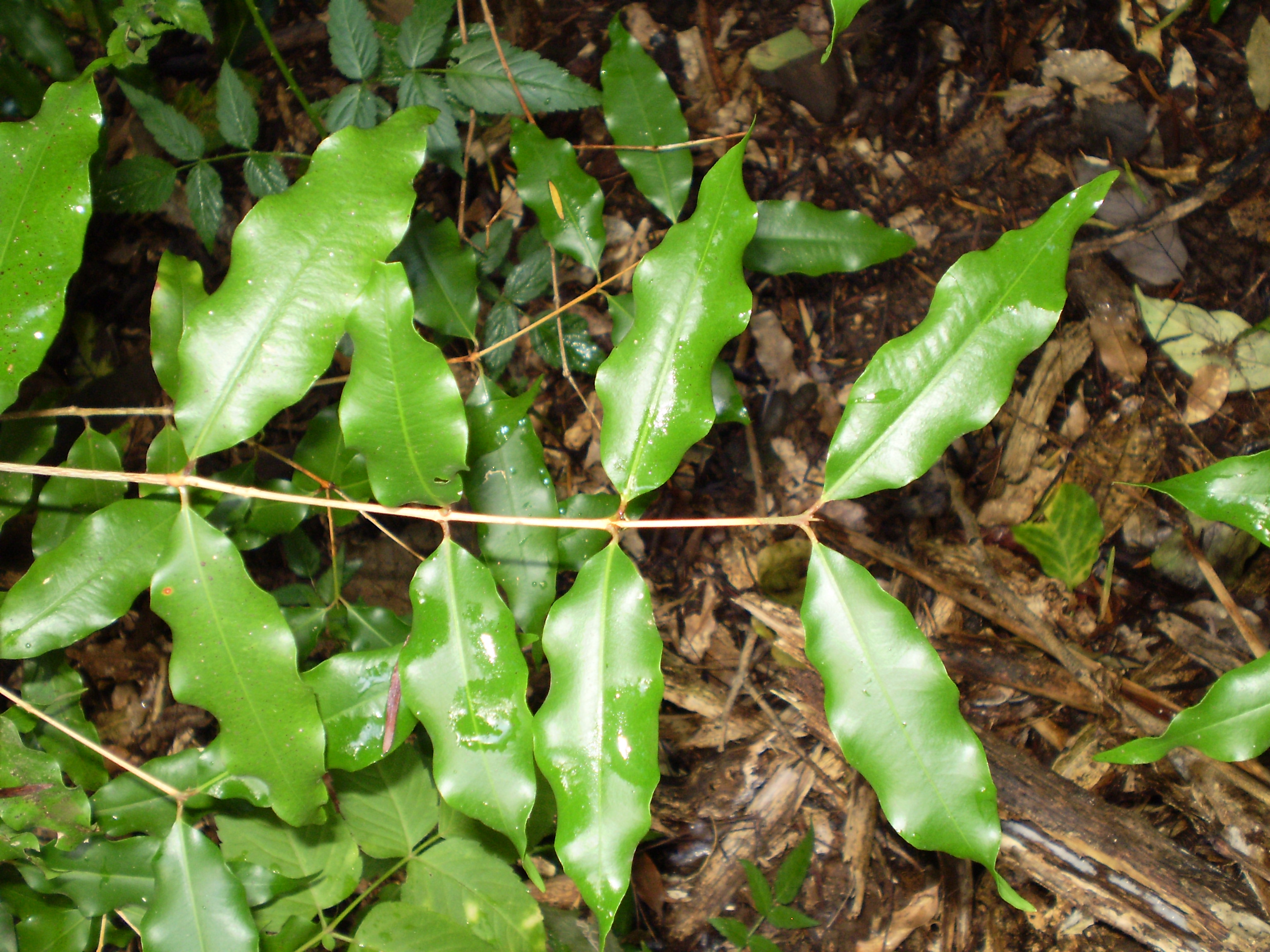
Syzygium anisatum
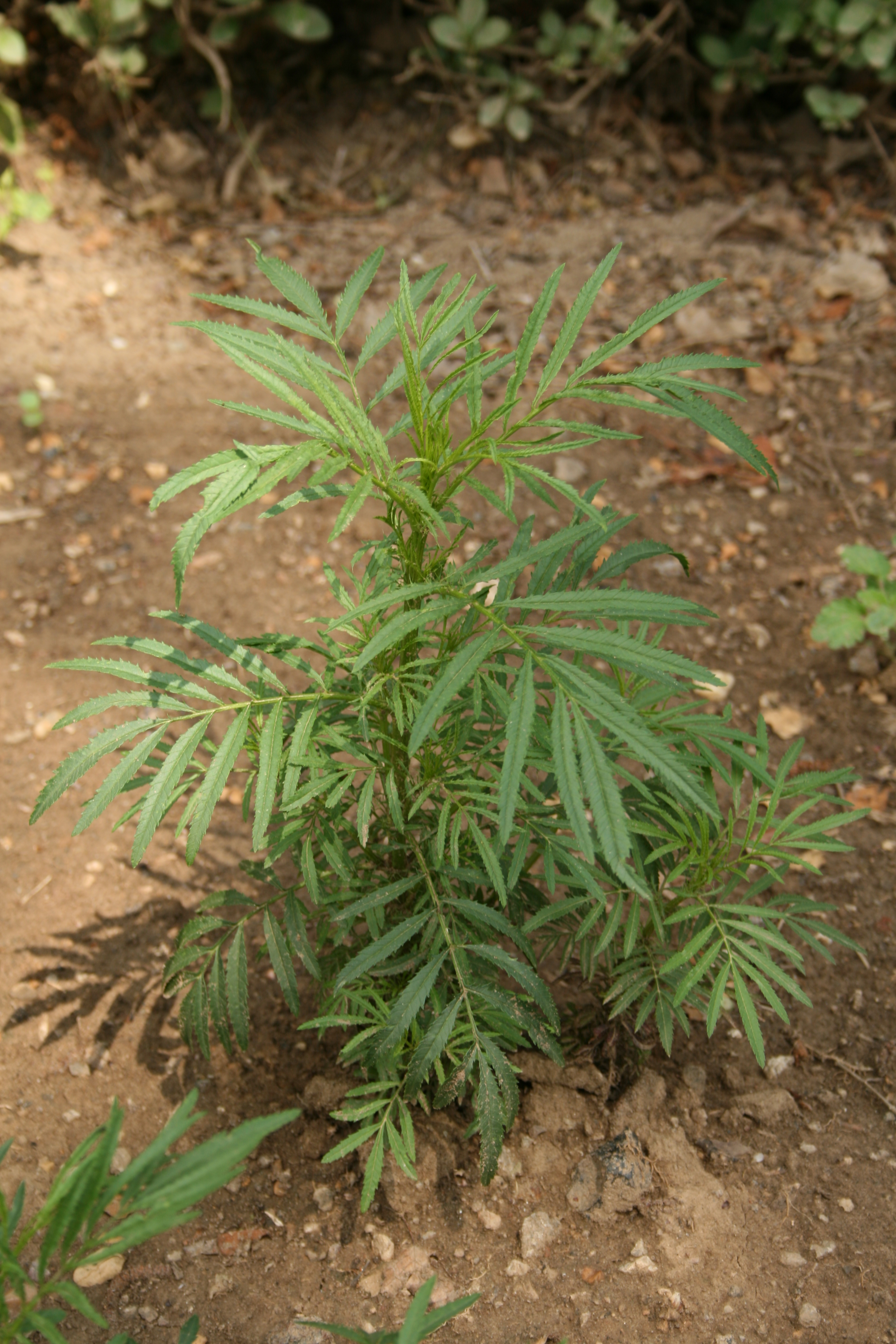
Tagetes minuta (Huacatay, Wakataya) (ähnlich ist Tagetes lucida)
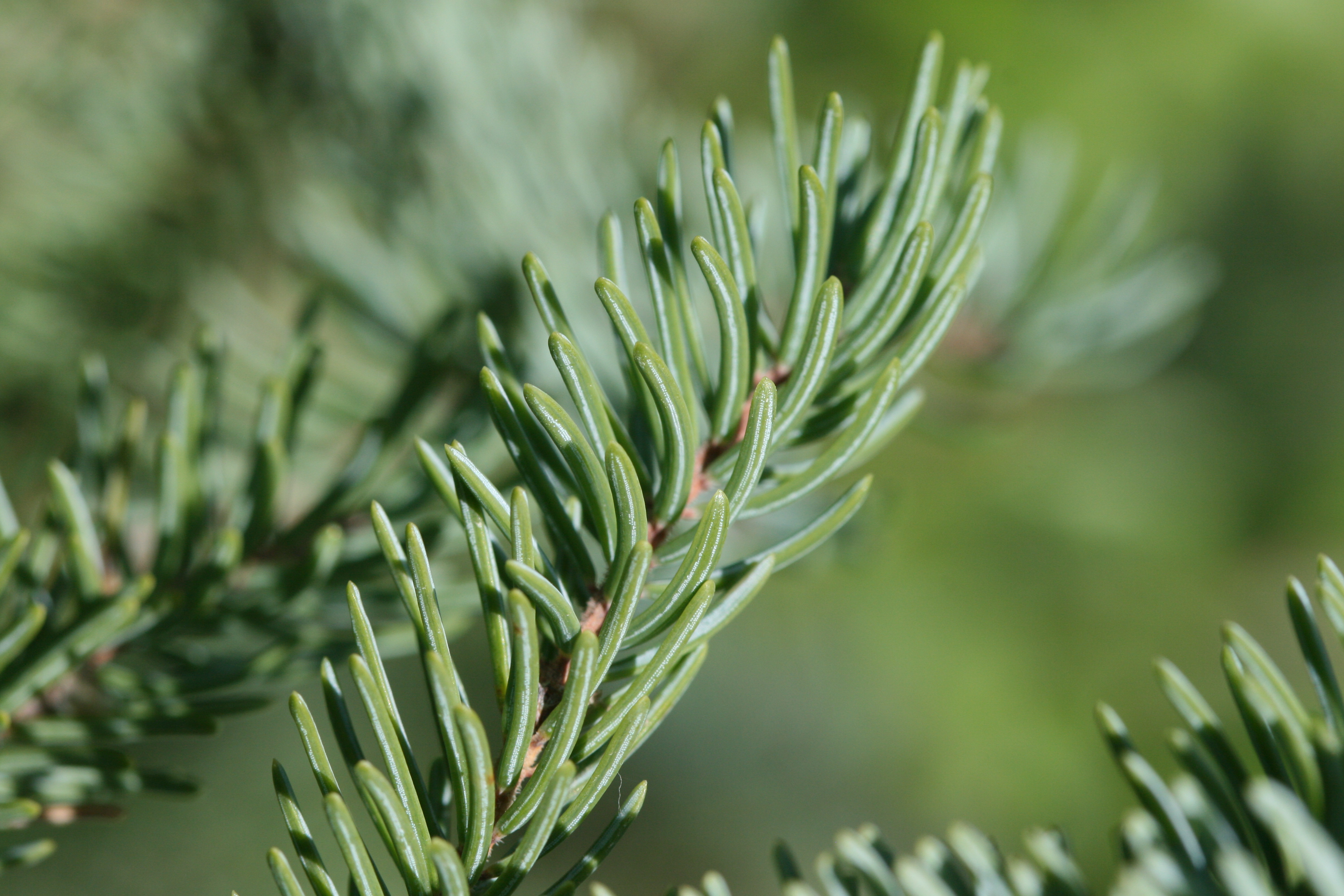
Tannen-, Fichtennadeln
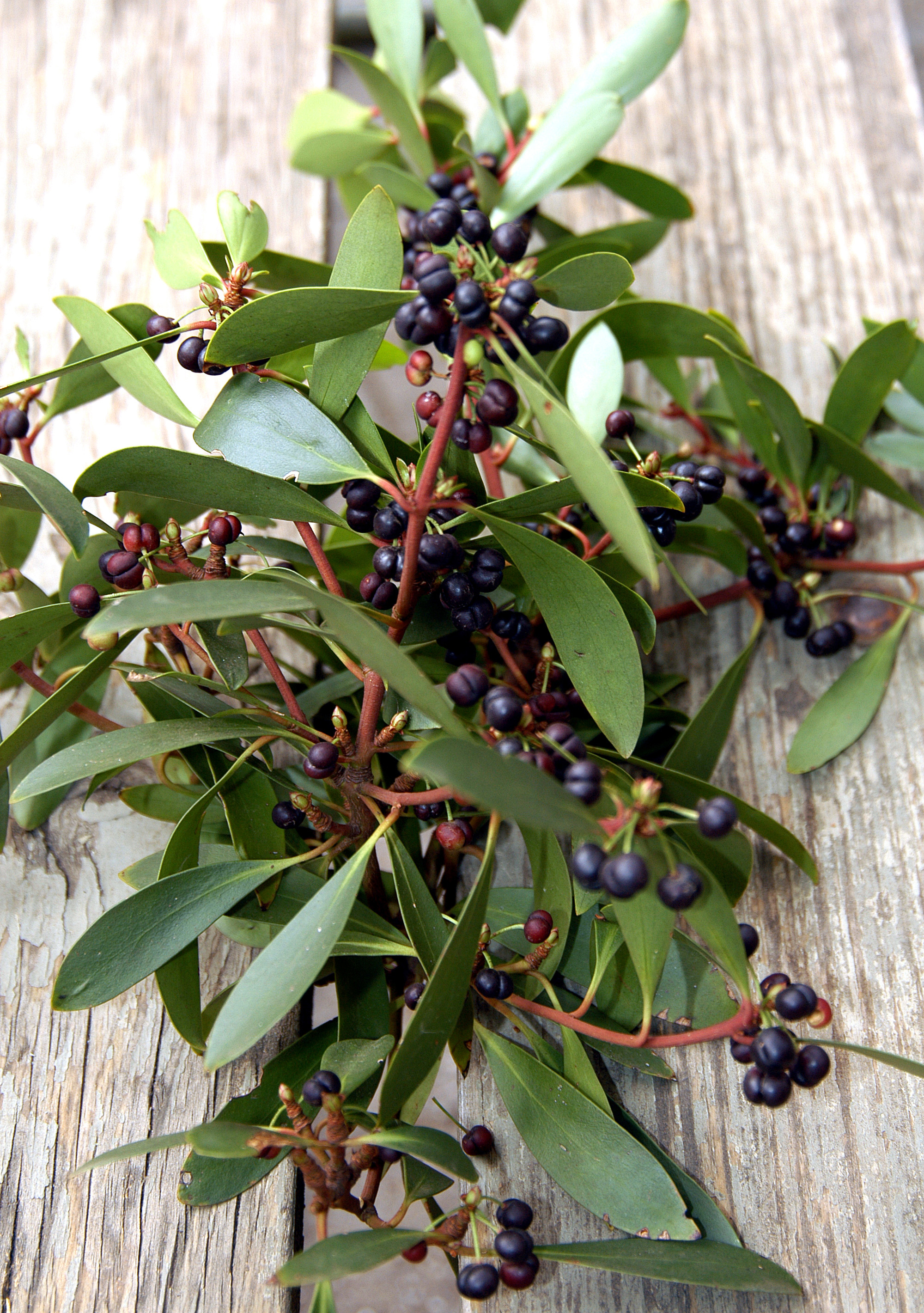
Tasmanischer Bergpfeffer (ähnlich ist „Dorrigo Pepper“ von Tasmannia insipida und Tasmannia stipitata) (Früchte und Blätter)
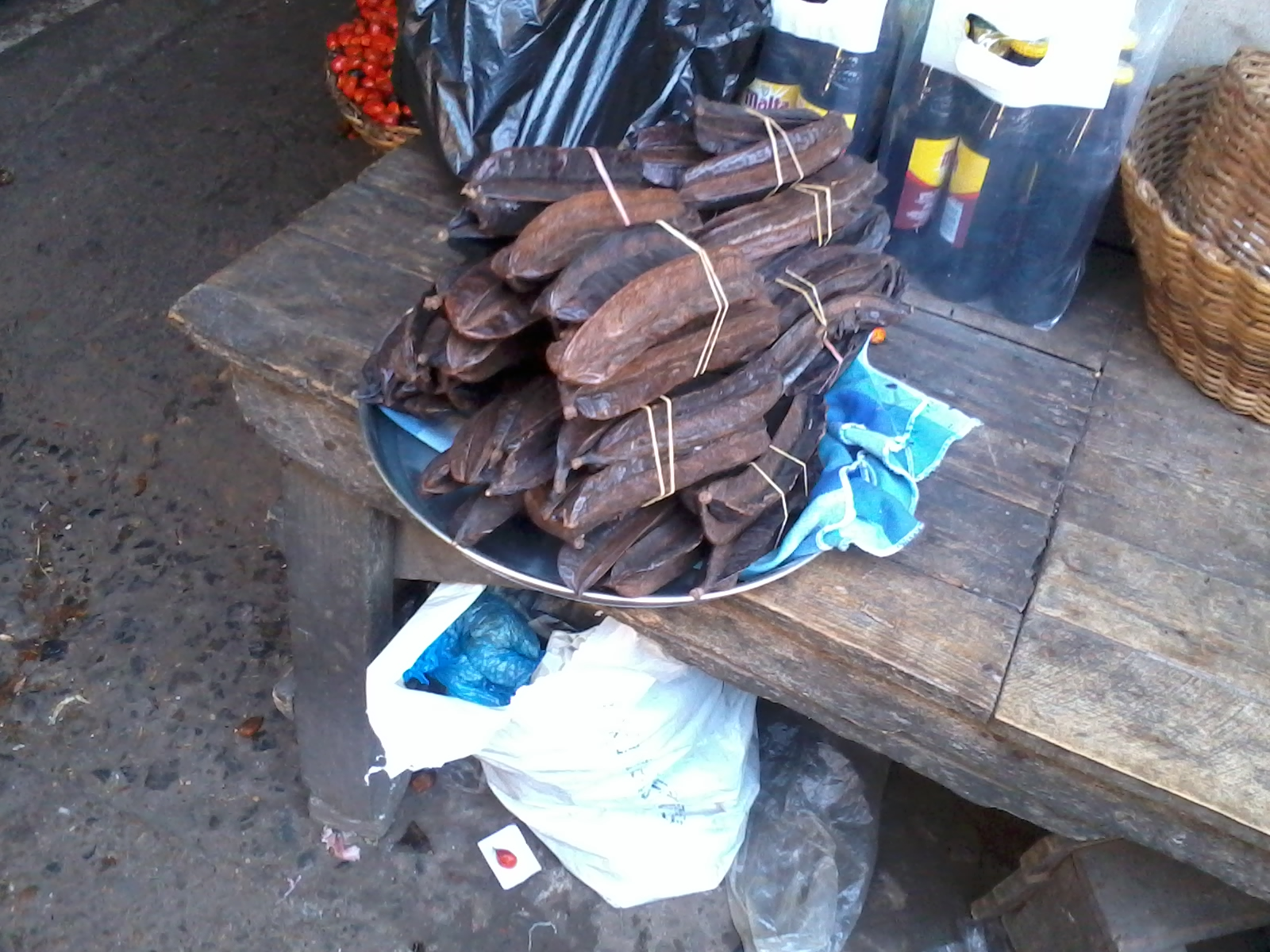
Tetrapleura tetraptera
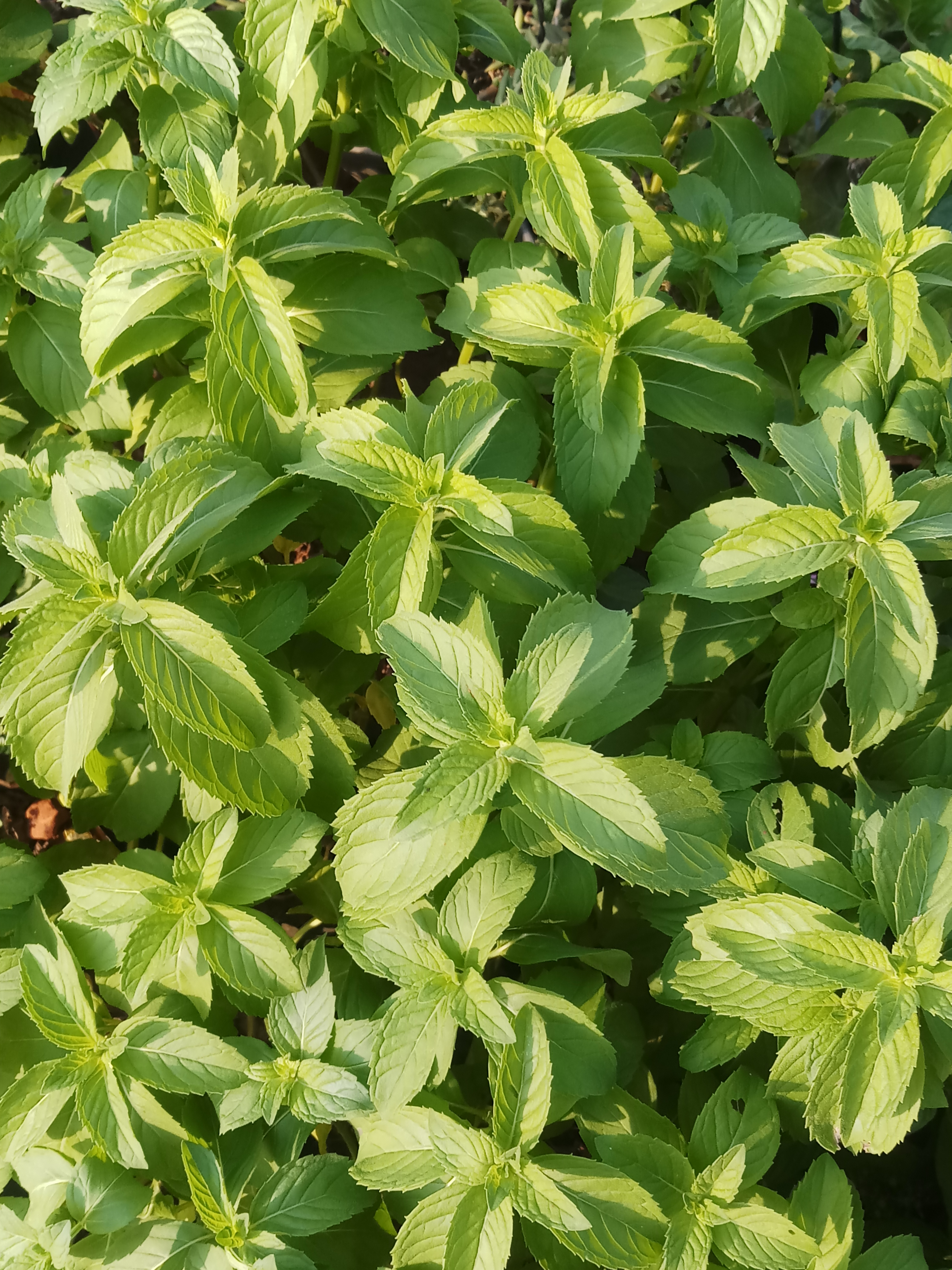
Thai-Basilikum
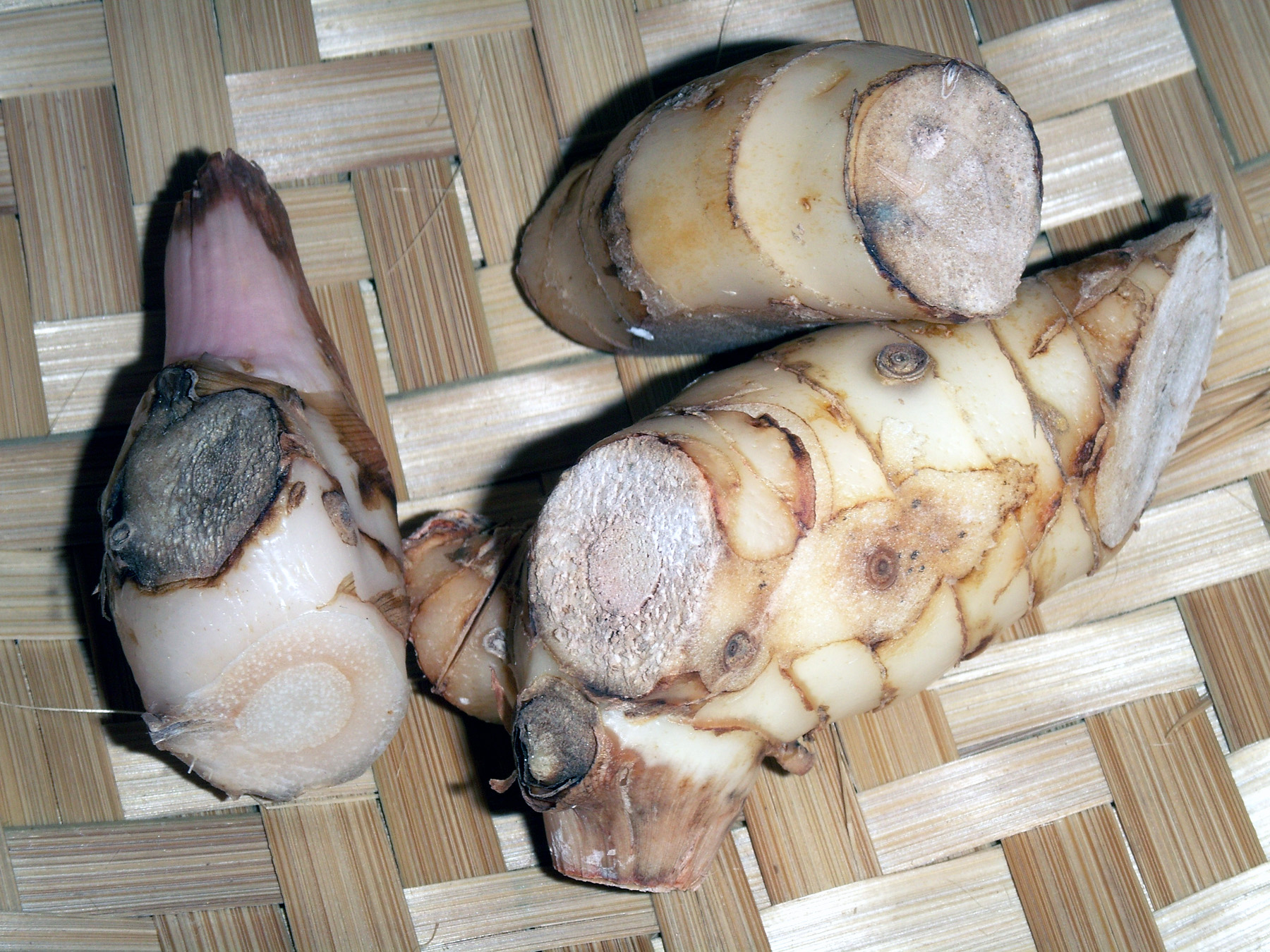
Thai-Ingwer
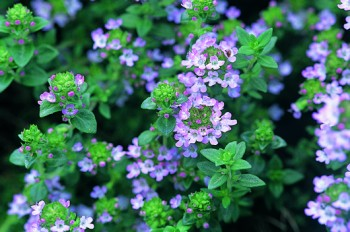
Thymian (versch. Thymus-Arten)
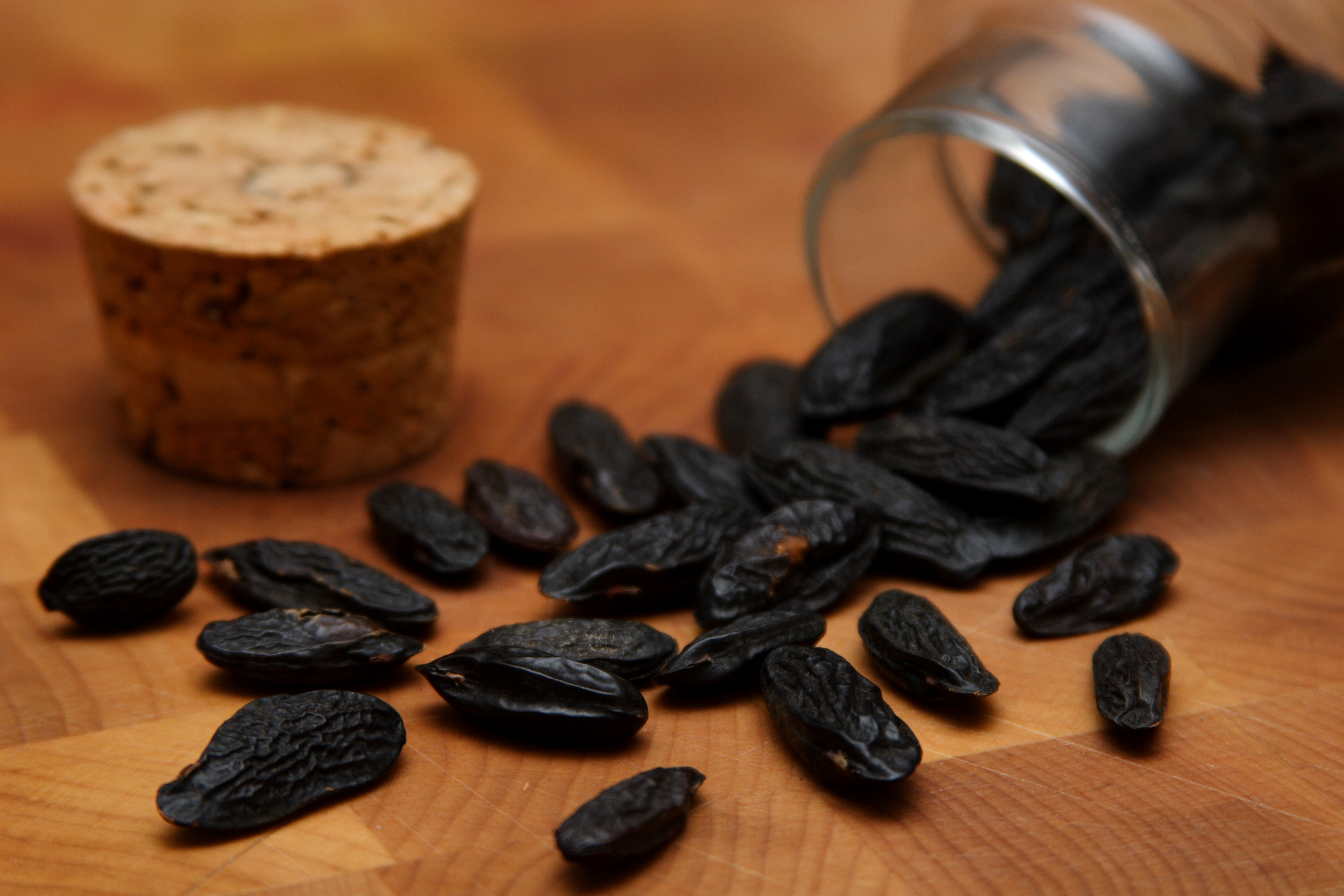
Tonkabohne
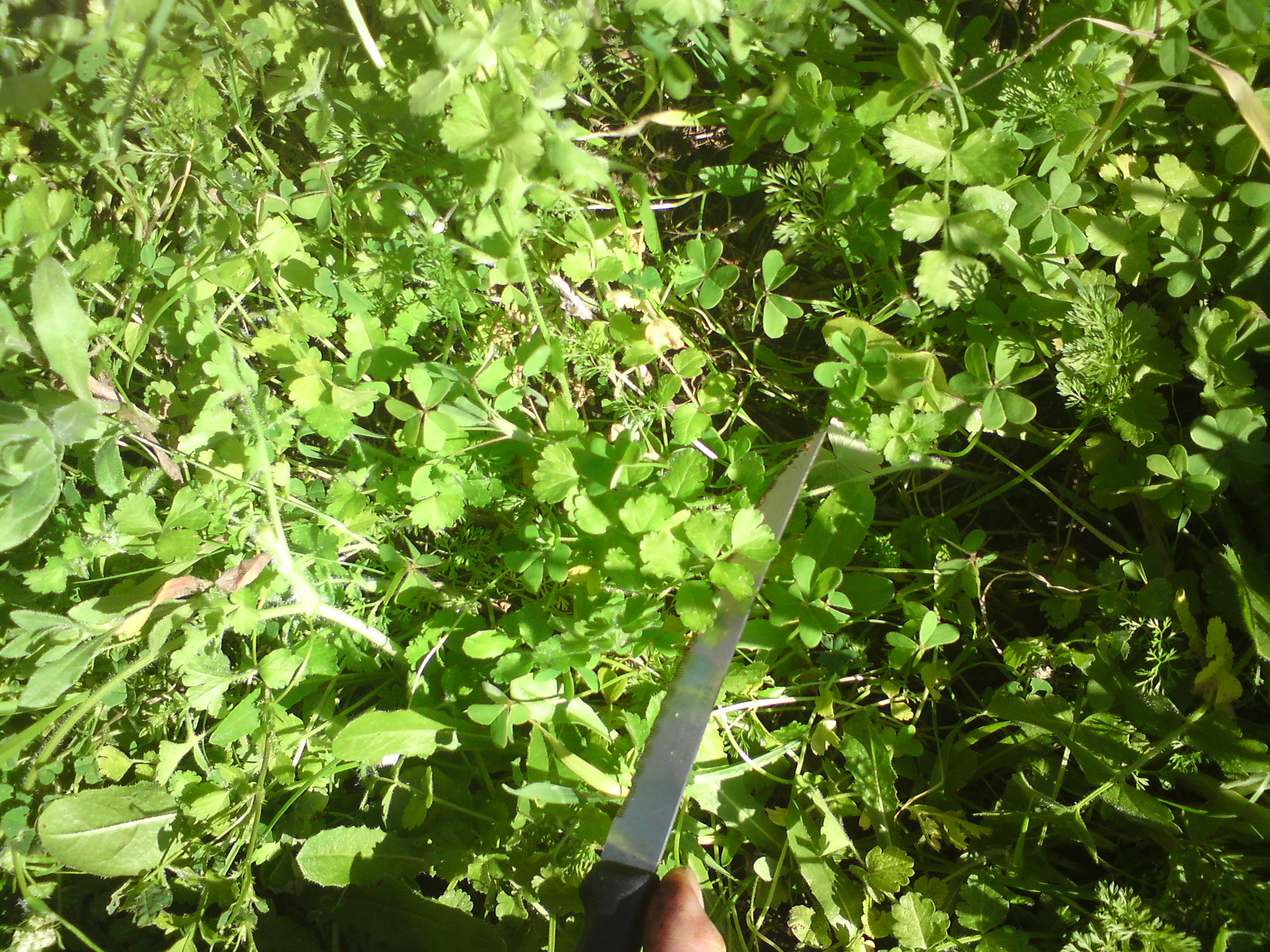
Apulischer Zirmet (junge Blätter und Sprosse)
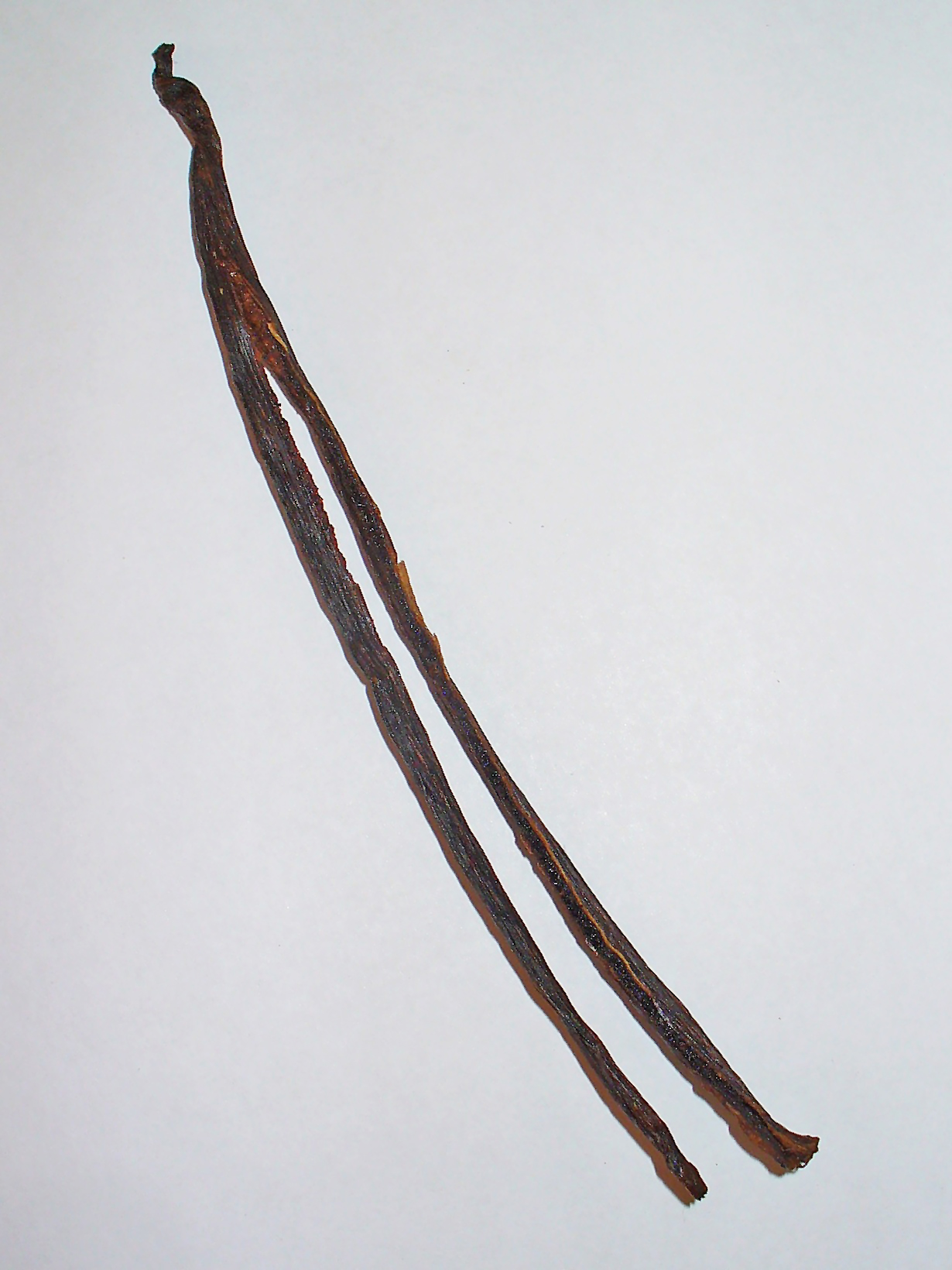
Vanille (ähnlich ist Leptotes bicolor)
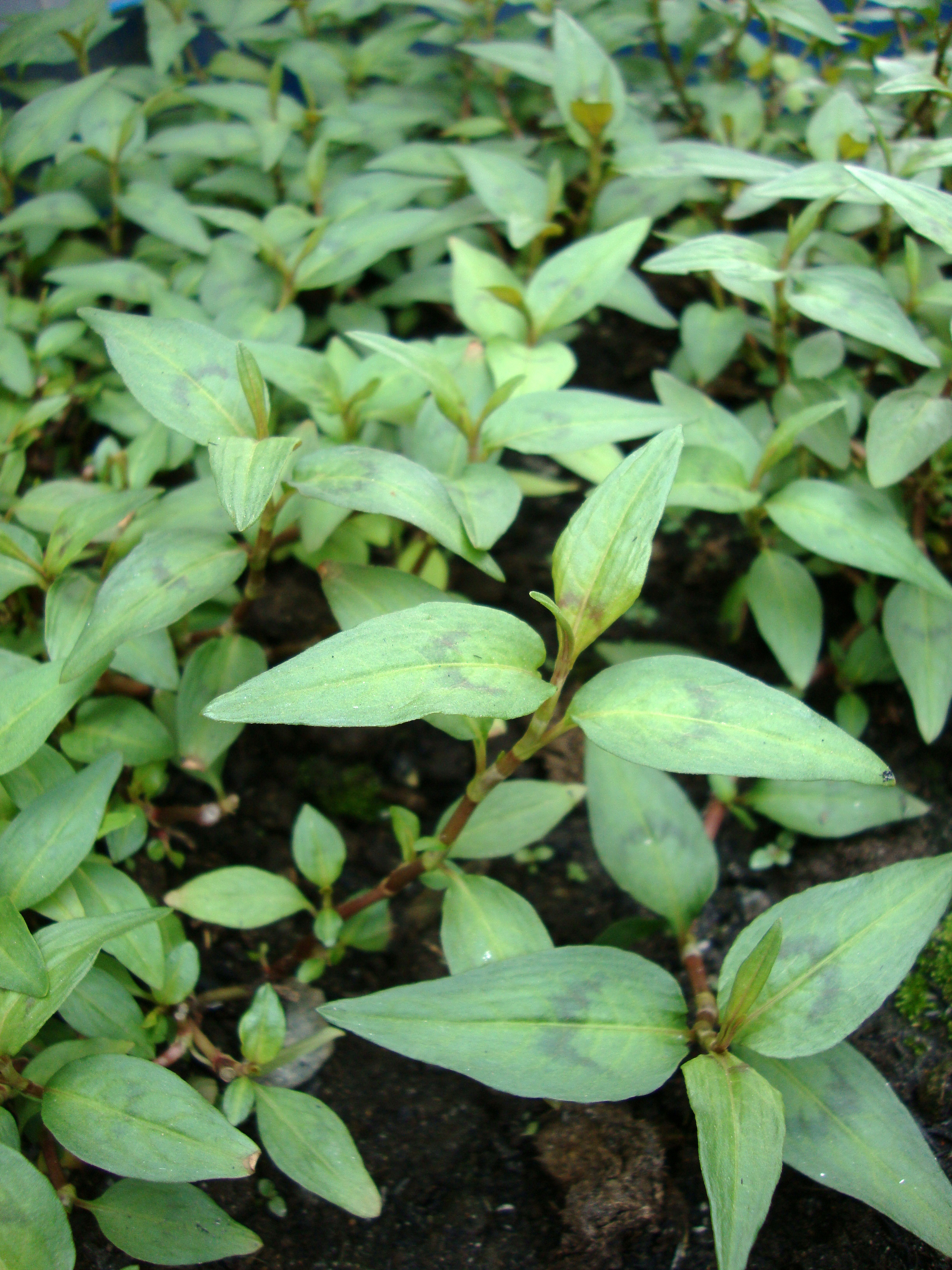
Vietnamesischer Koriander
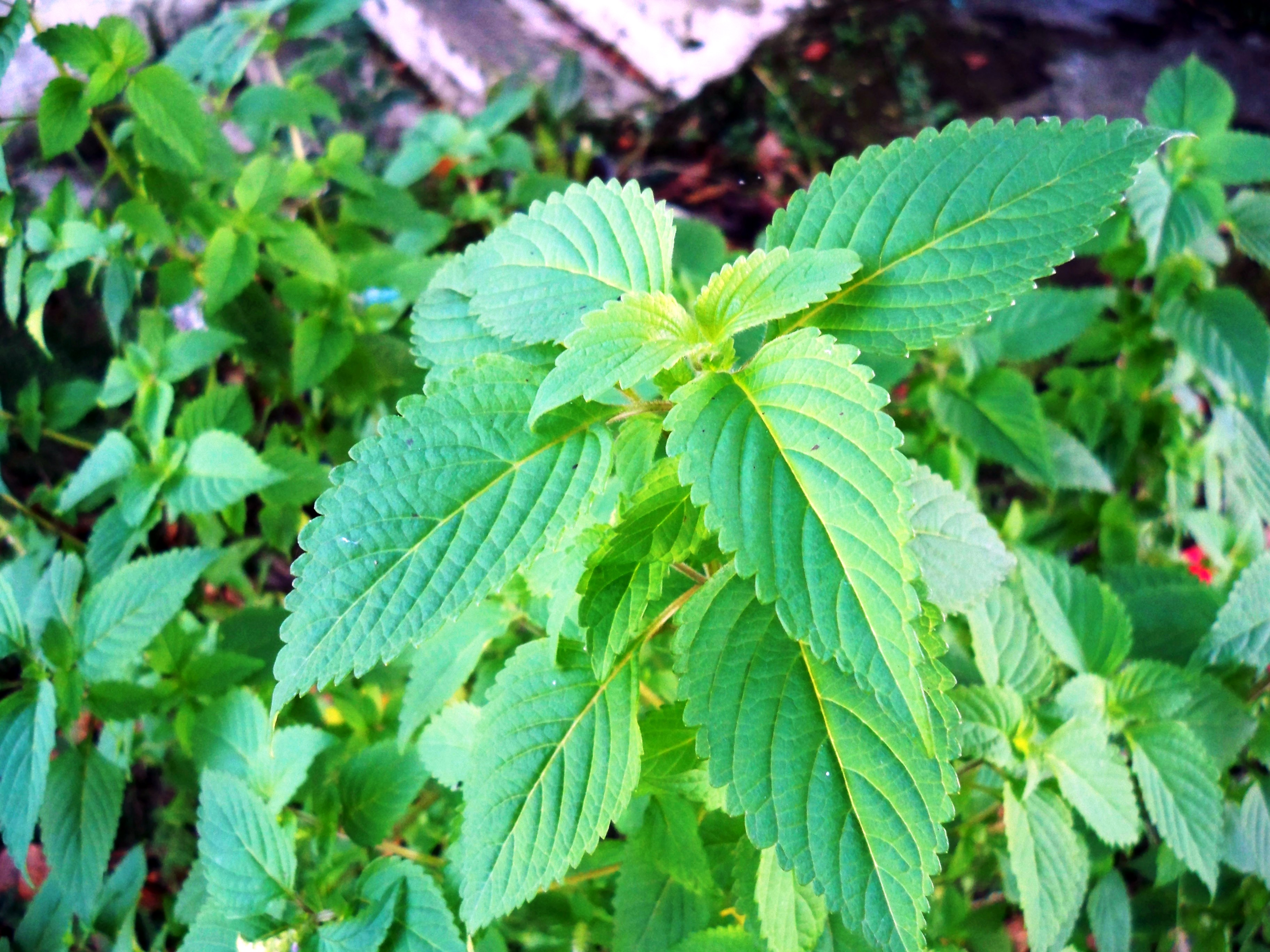
Vietnamesische Melisse
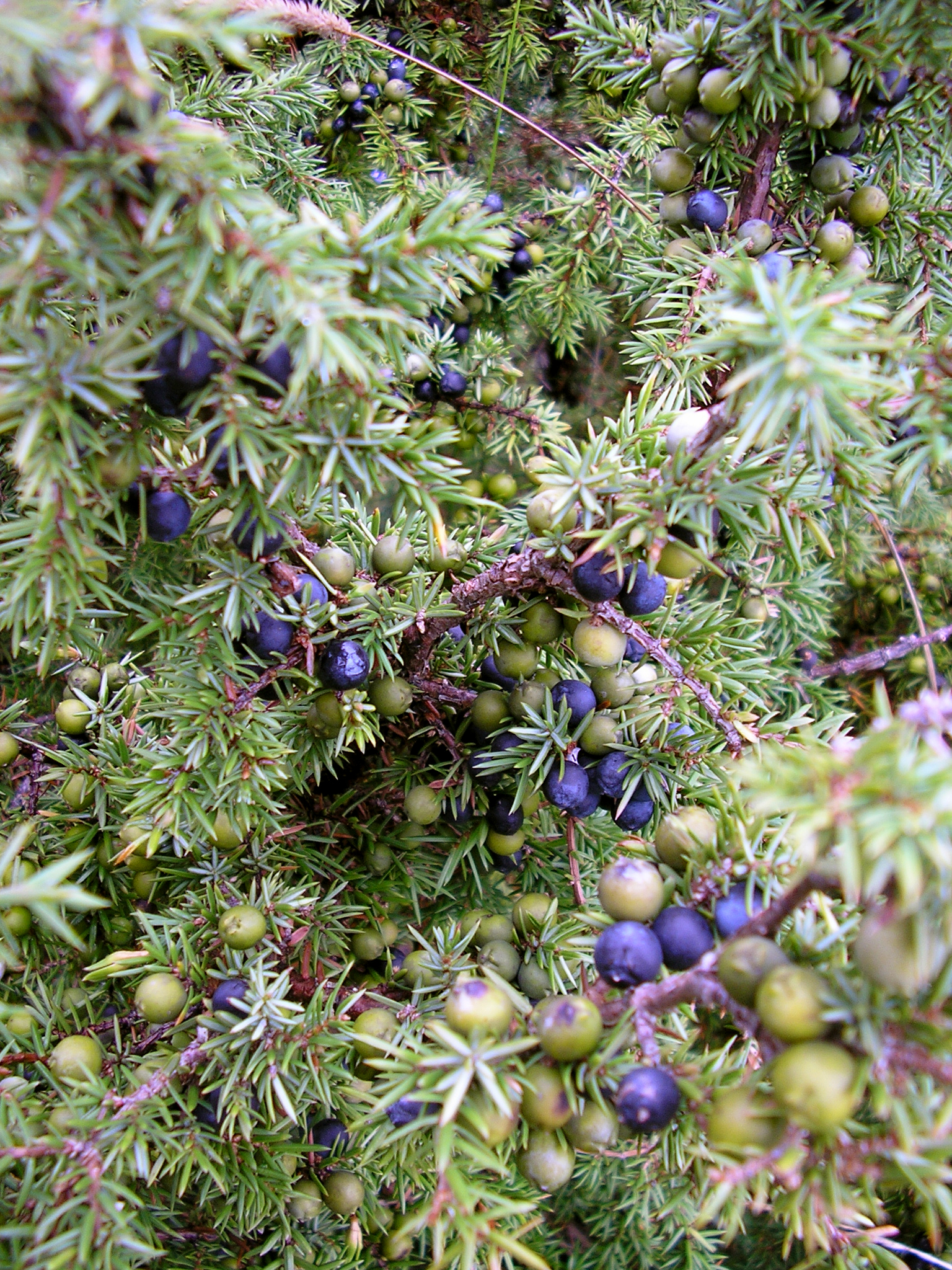
Wacholder
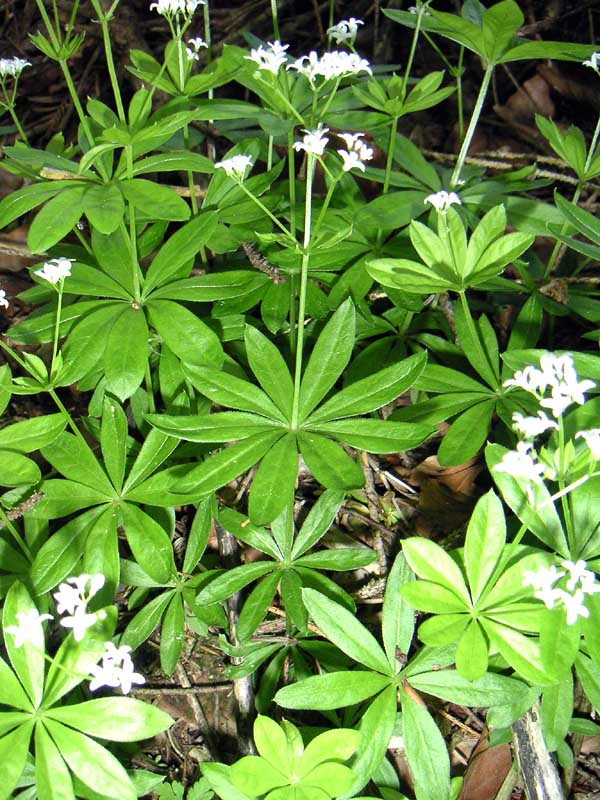
Waldmeister
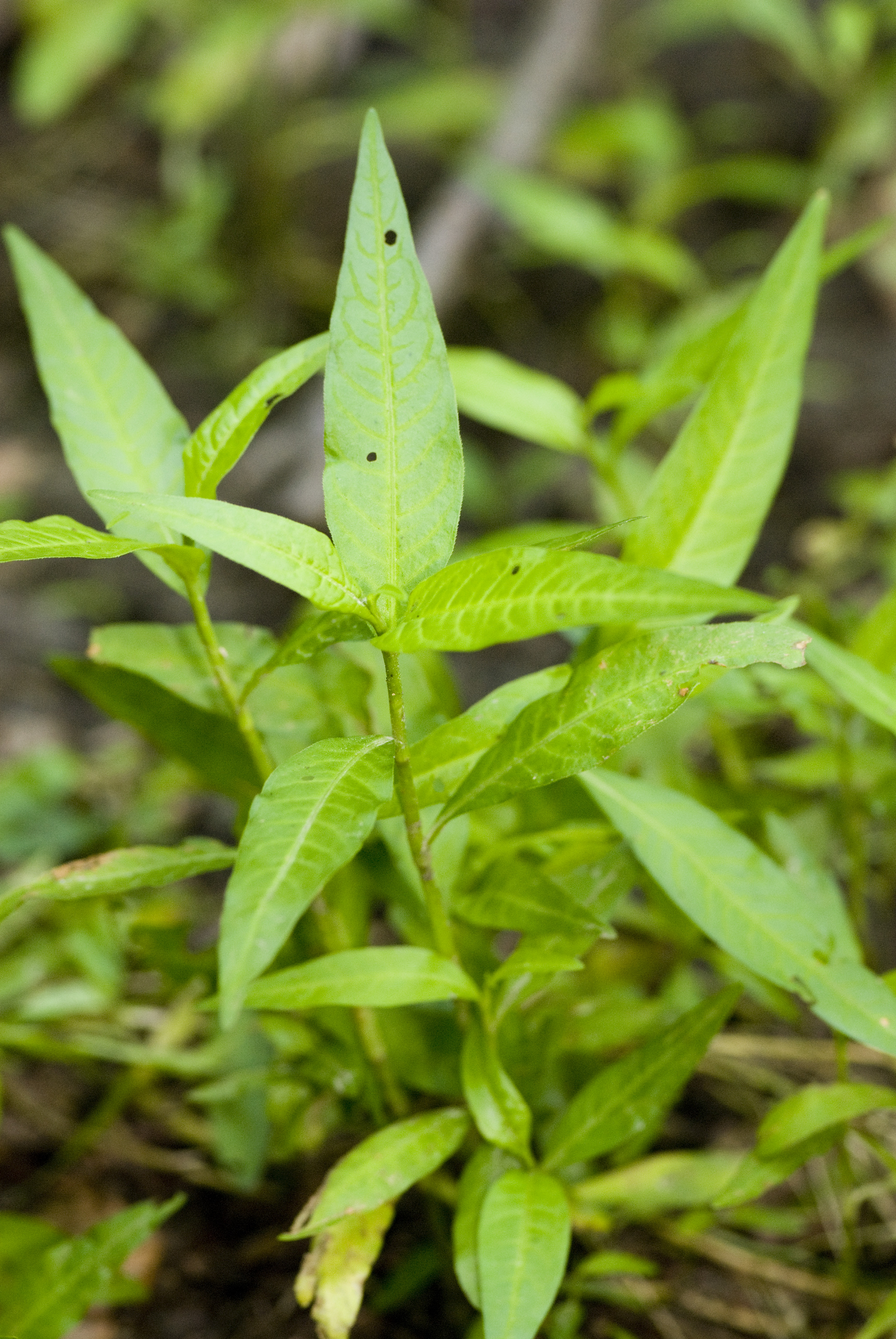
Wasserpfeffer (Blätter und Samen)
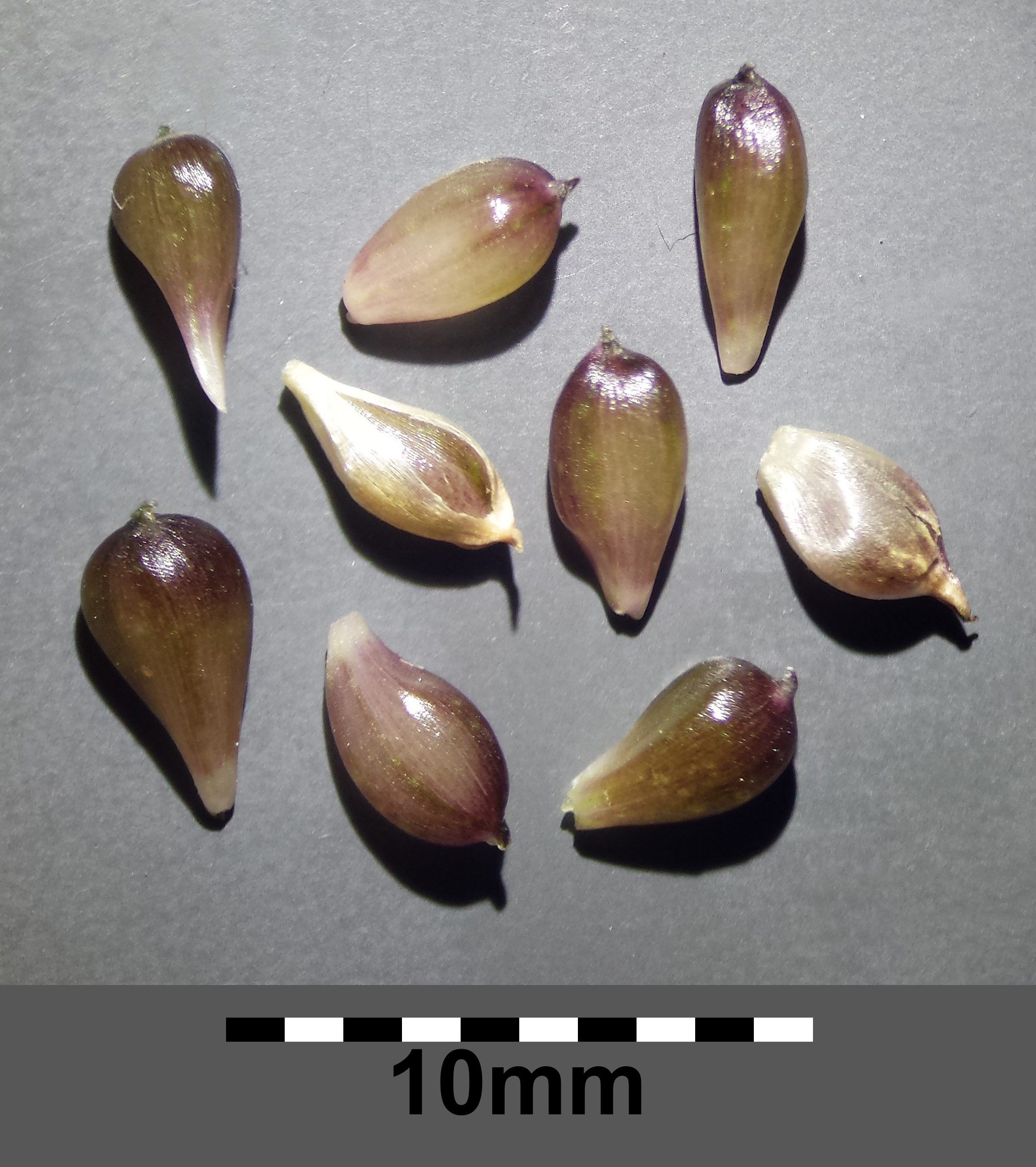
Weinberg-Lauch (ähnlich sind Kohl-Lauch, Schlangen-Lauch, Allium macrostemon, Allium cernuum, Allium canadense) (Knollen, Blätter und Brutzwiebeln)
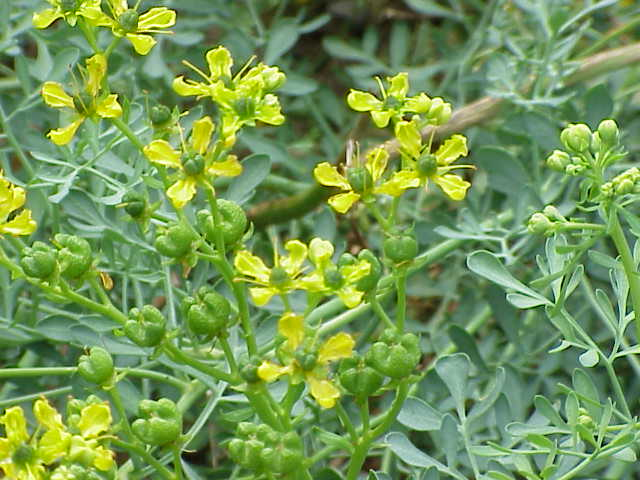
Weinraute
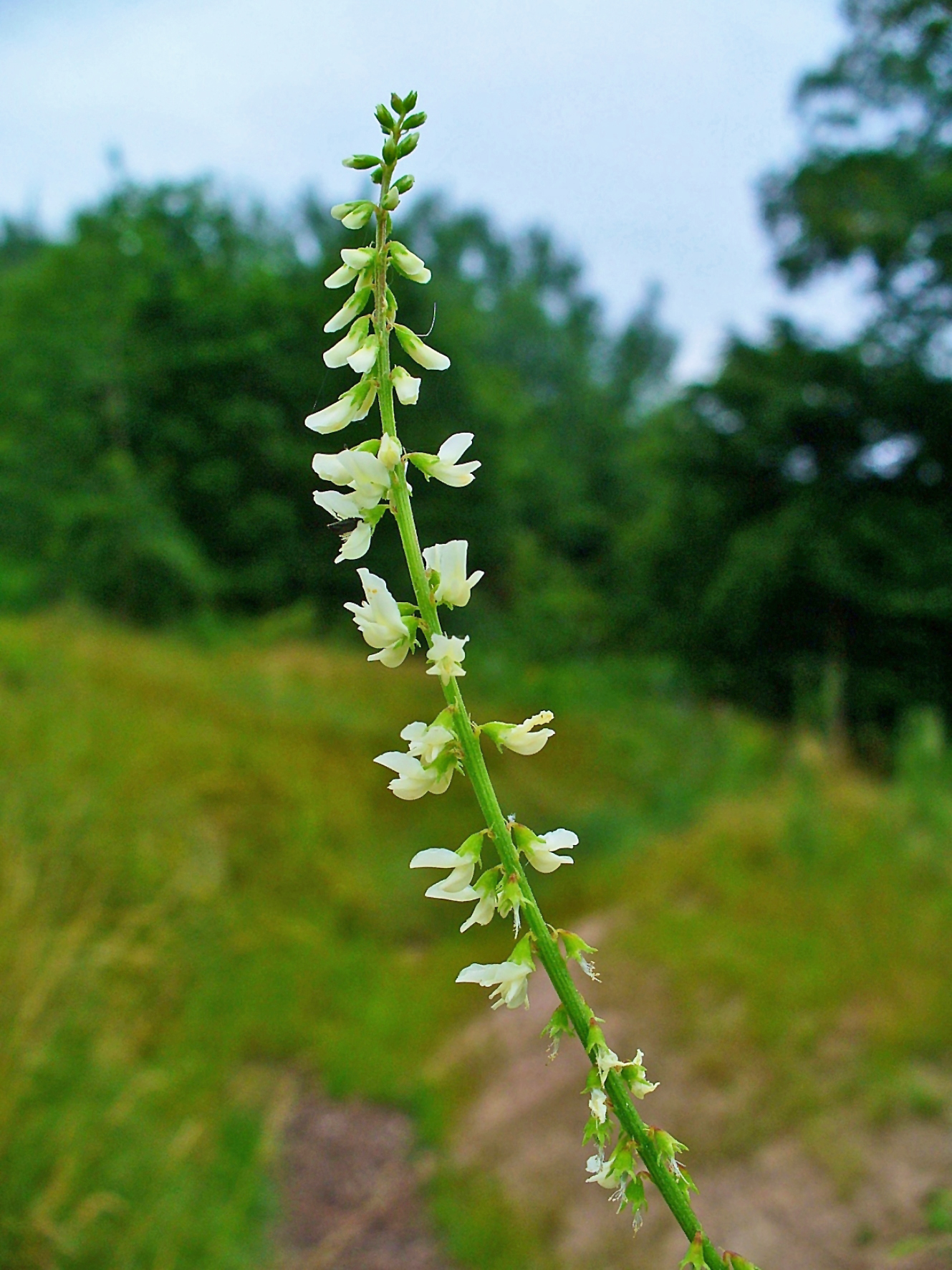
Weißer Steinklee (Blüten)
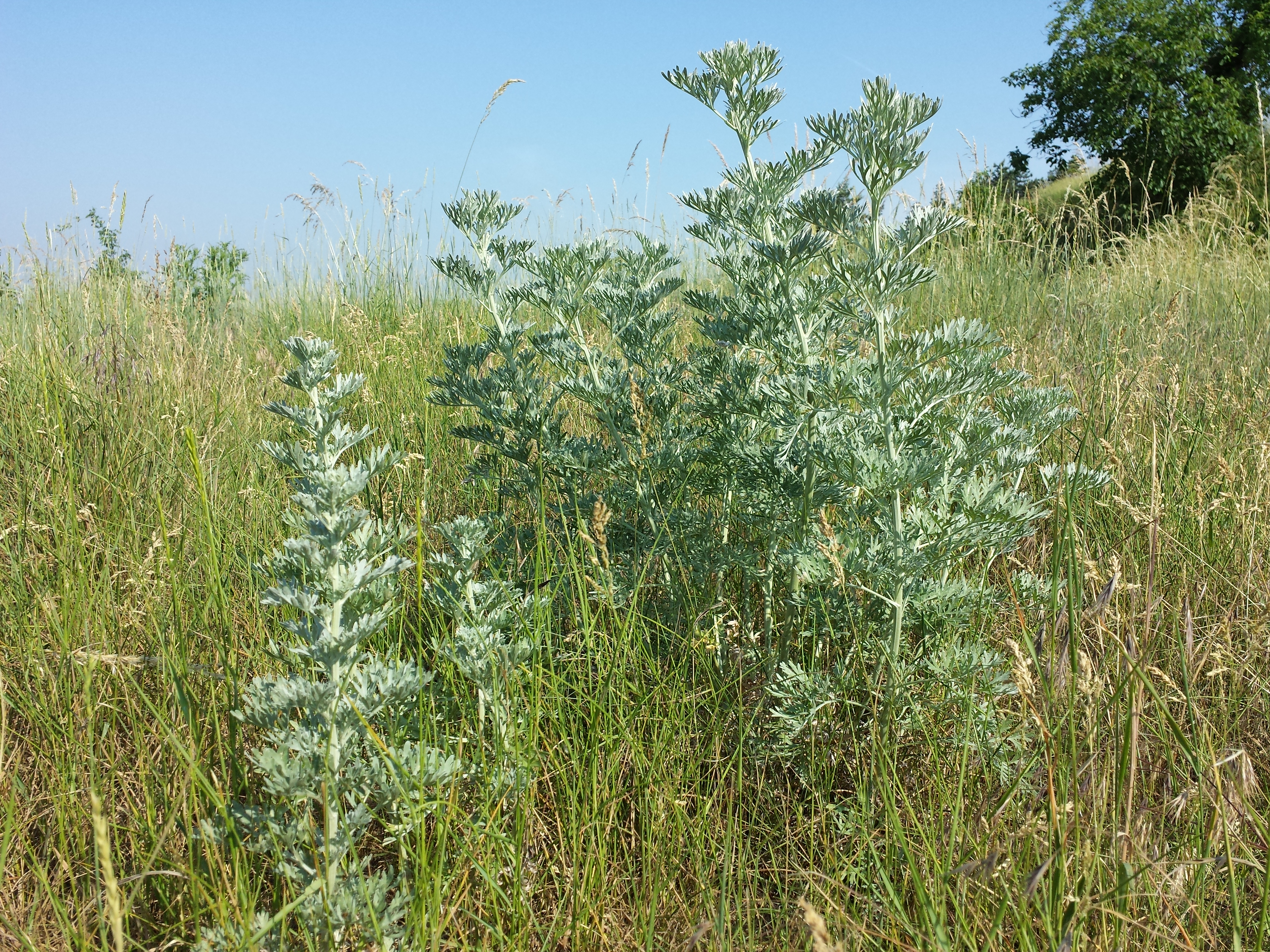
Wermutkraut
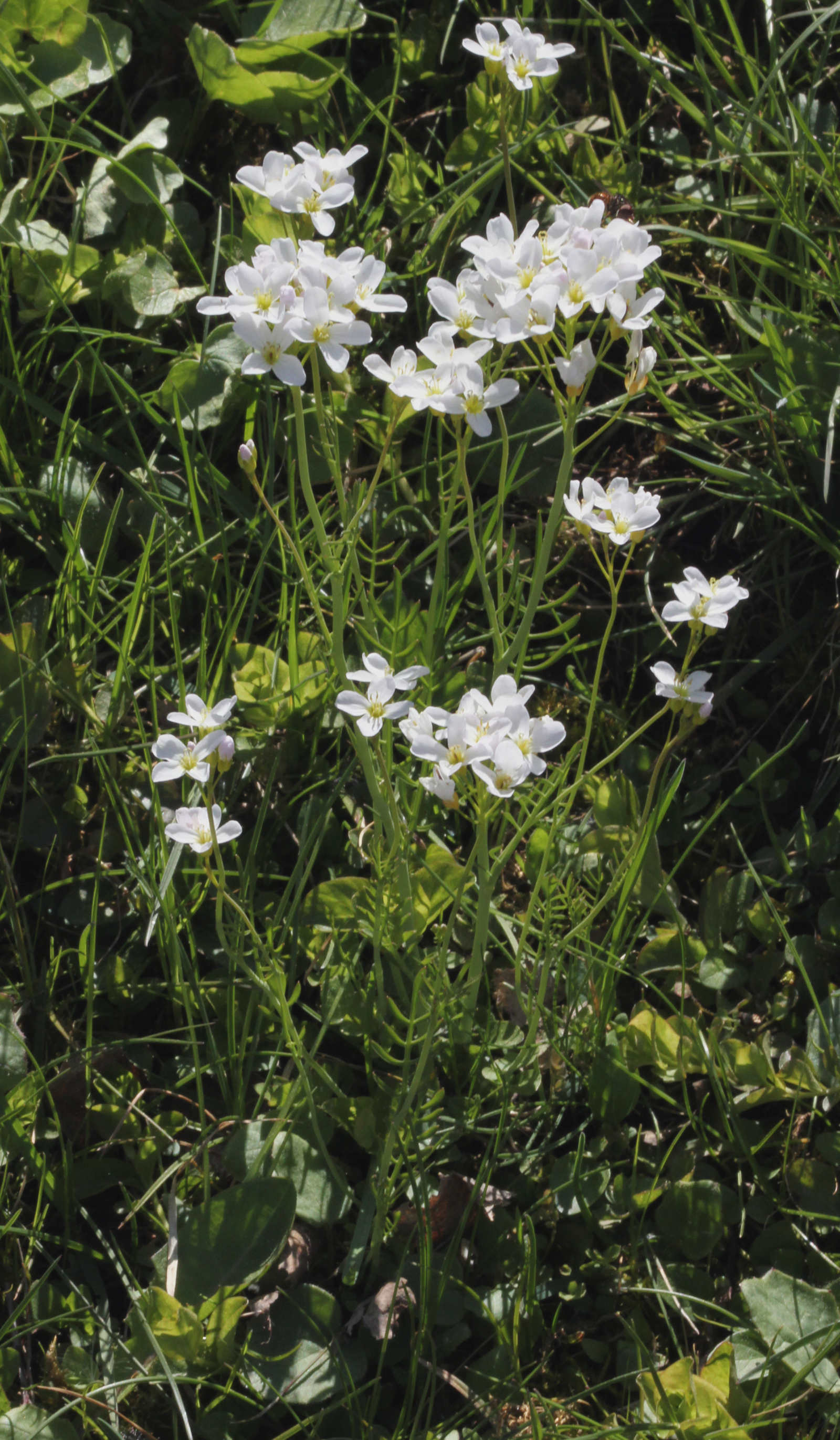
Wiesen-Schaumkraut
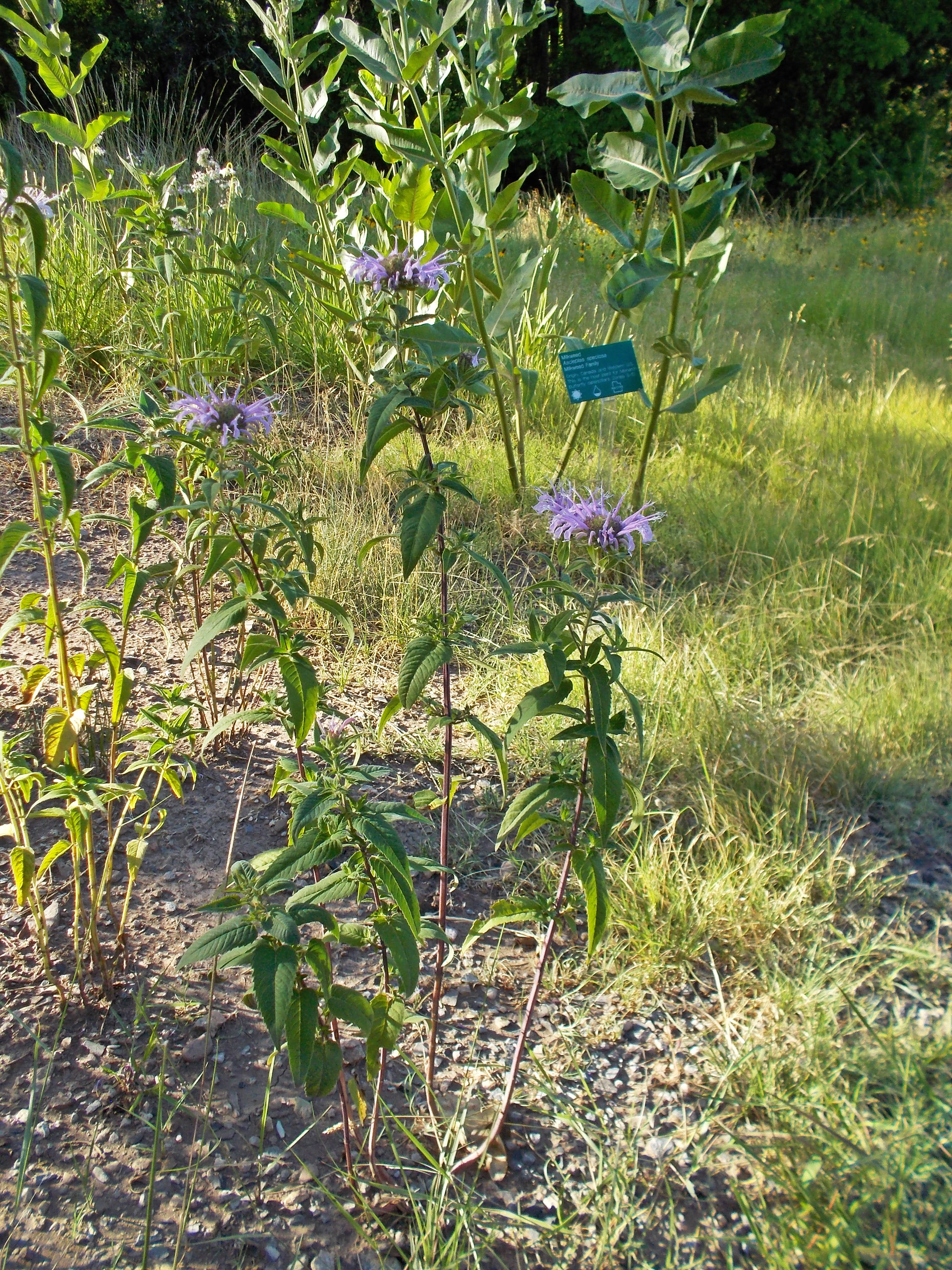
Wilde Bergamotte
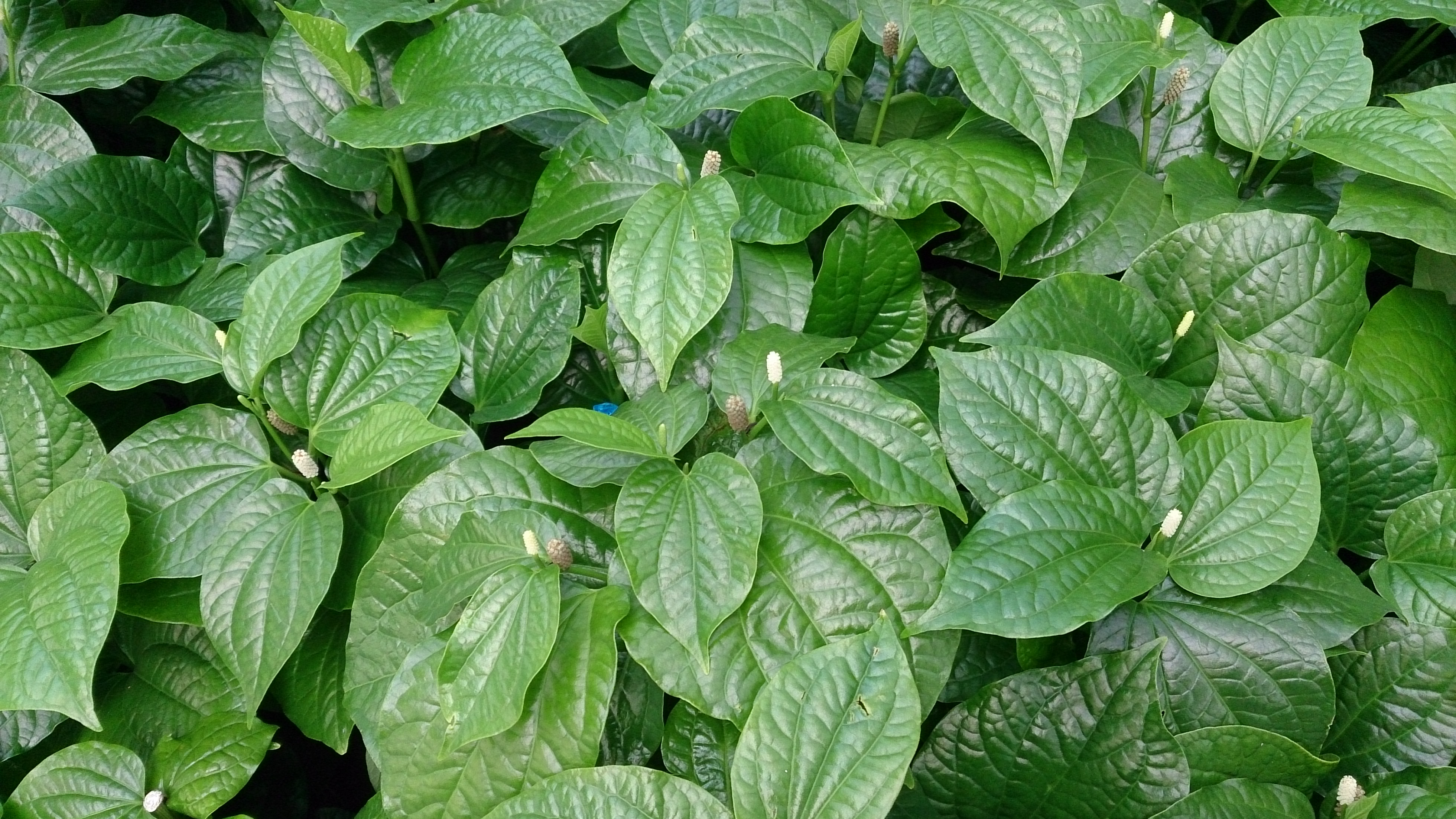
Wilder Pfeffer (La Lot, Wilder Betel, Betelblätter) (meist nur zum Kauen ist Betelpfeffer, siehe auch Mexikanischer Blattpfeffer) (Blätter)
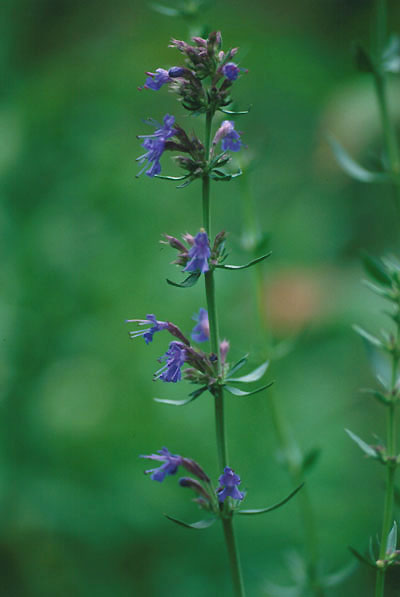
Ysop
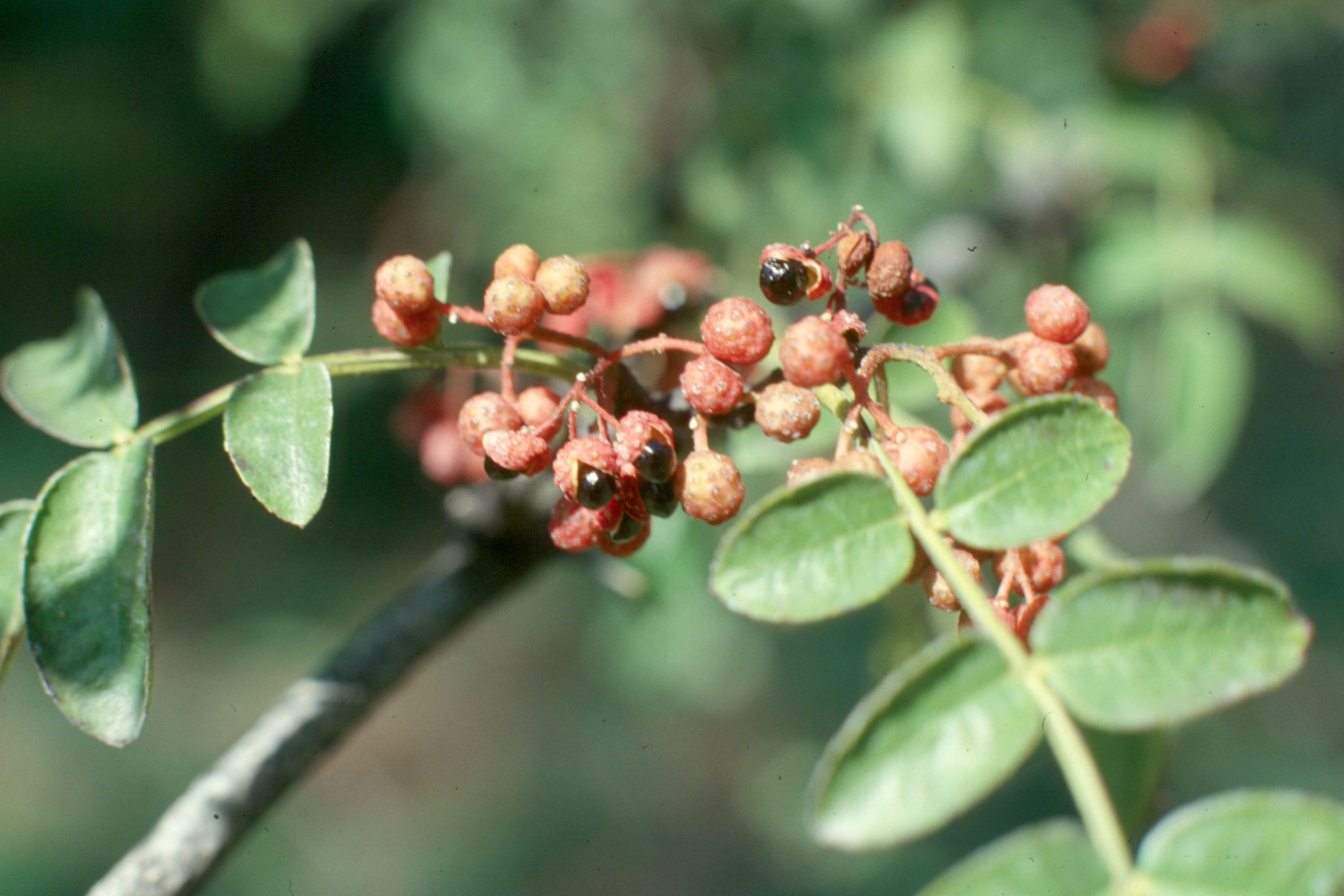
Zanthoxylum americanum, Zanthoxylum limonella
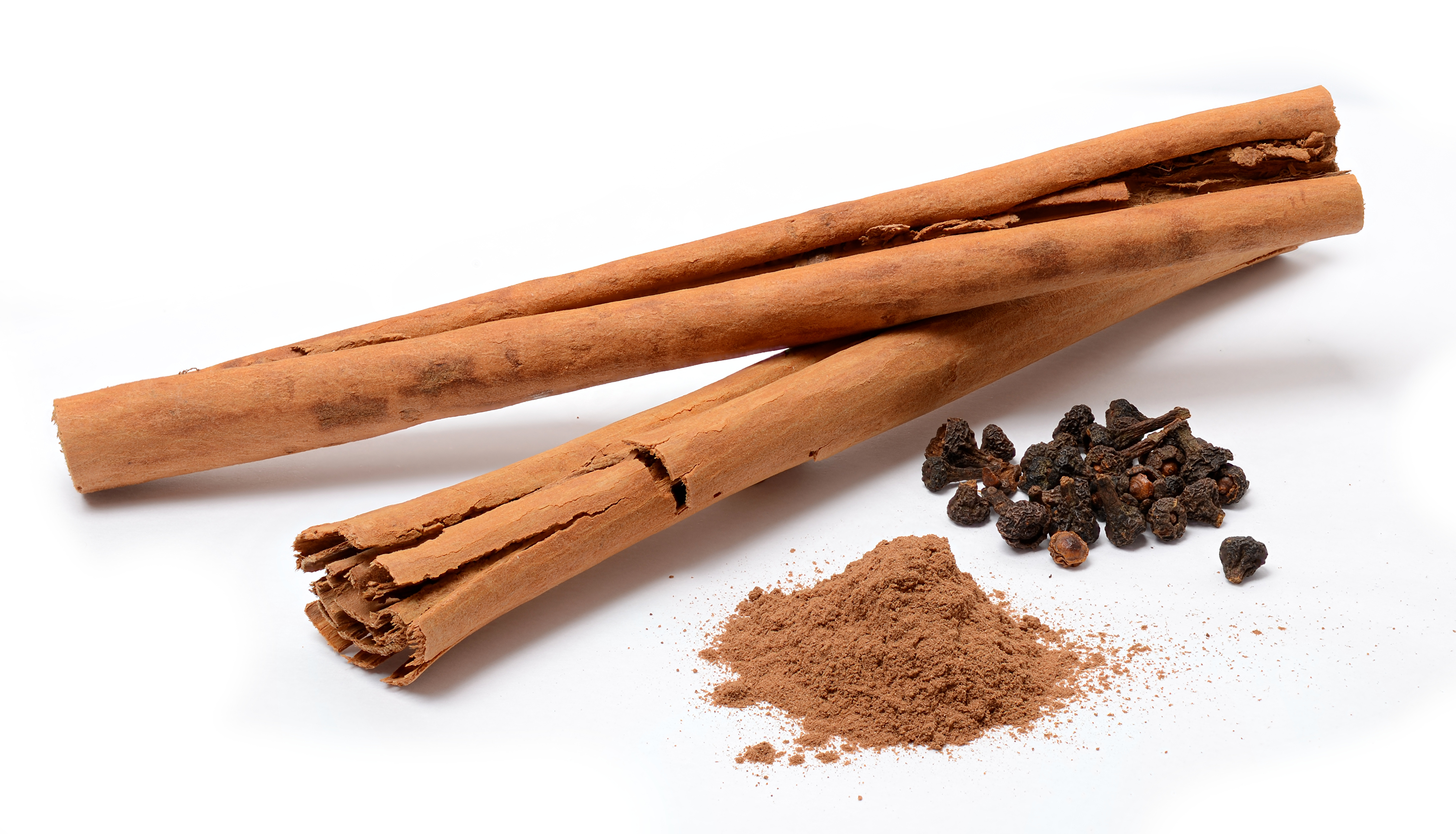
Zimt (Rinde und getrocknete „Zimtblüten“, „Zimtnelken“; Fruchtbecher und Blütenhülle mit sehr jungen Früchten, auch Blätter werden verwendet)
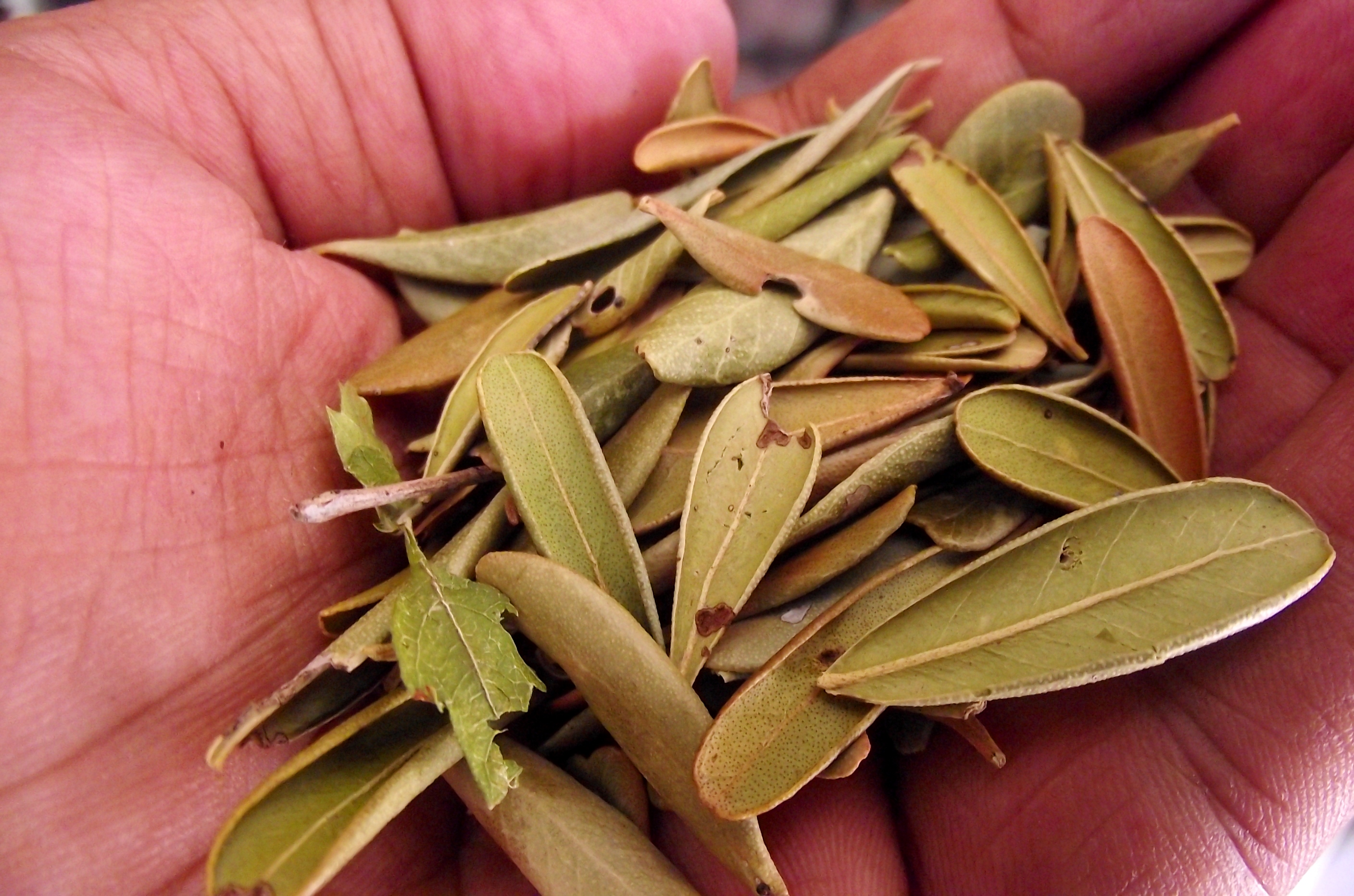
Zimtähnliche ähnliche Rinden (nicht im Bild) liefern (Aniba canelilla, Winterrinde und Cryptocarya massoy sowie Dicypellium caryophyllatum und Canella winterana)
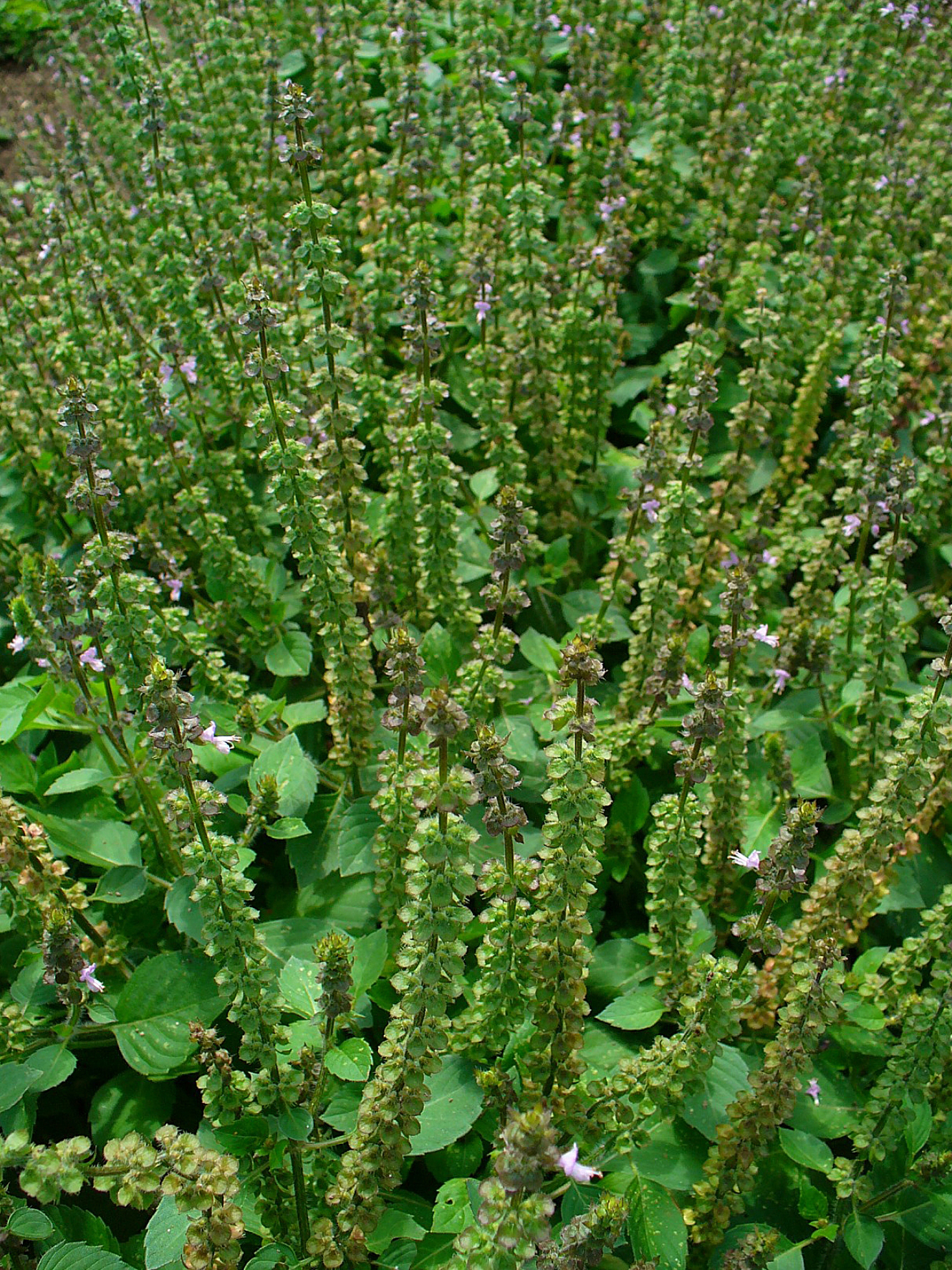
Zitronenbasilikum (ähnlich ist Ocimum gratissimum) (siehe auch Limonenbasilikum)
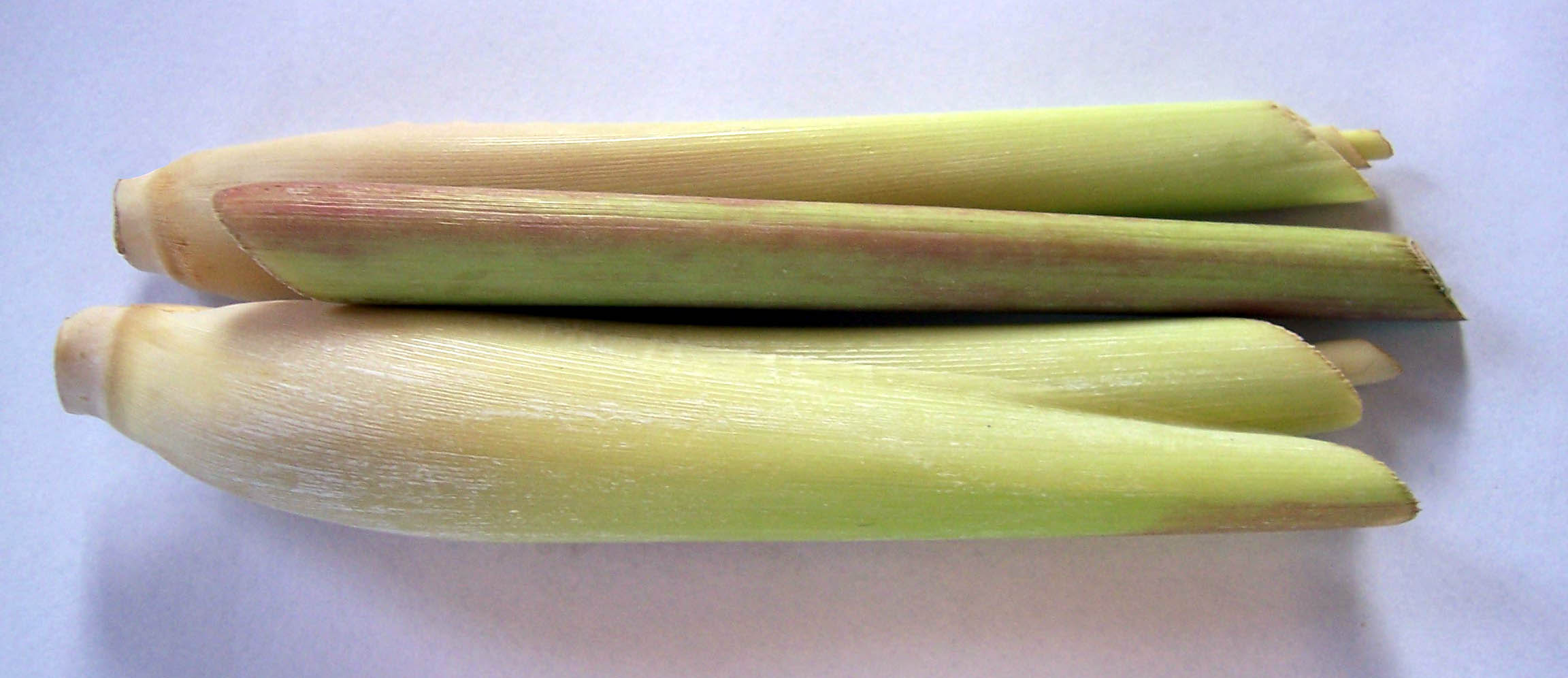
Zitronengras
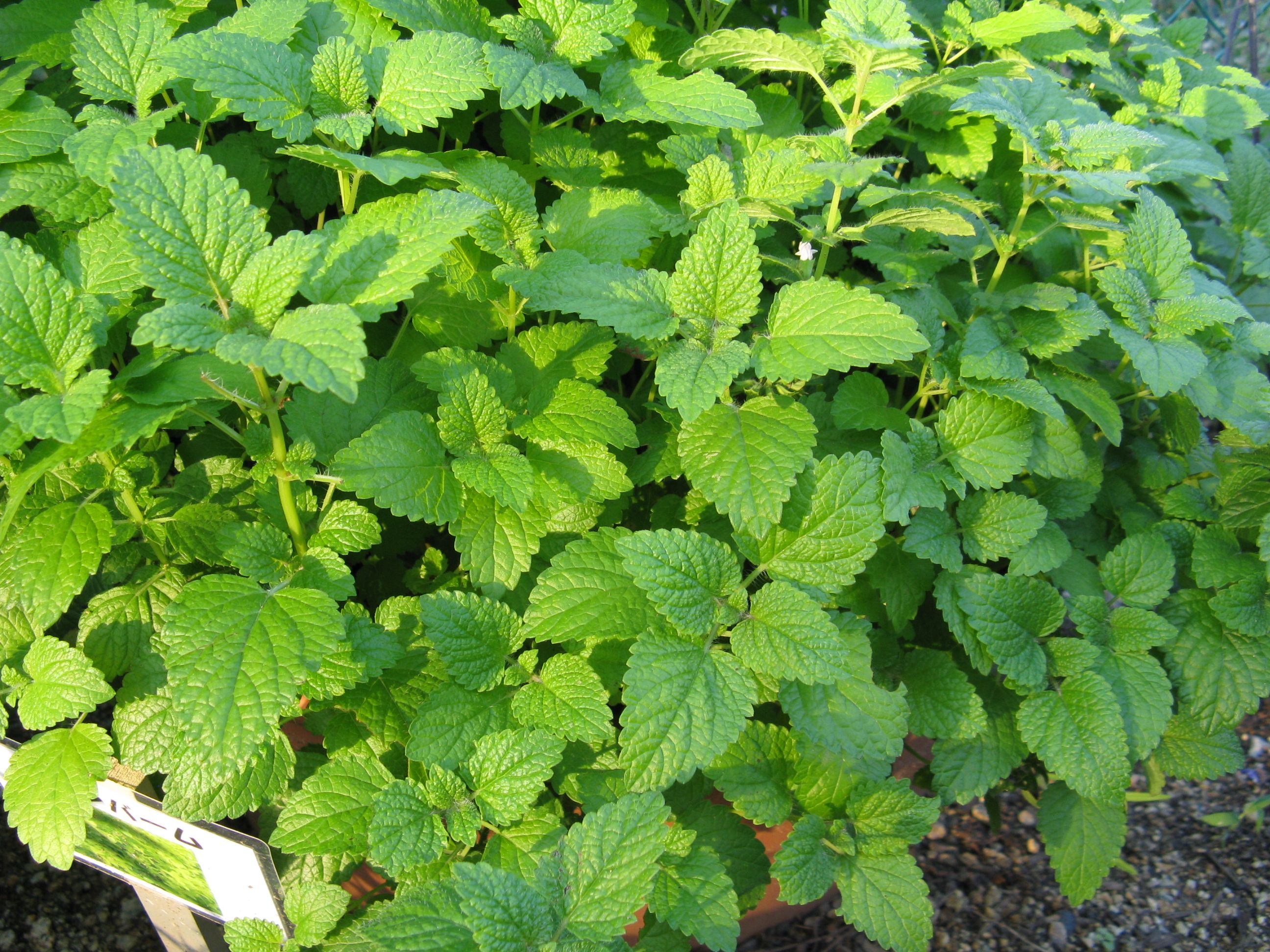
Zitronenmelisse
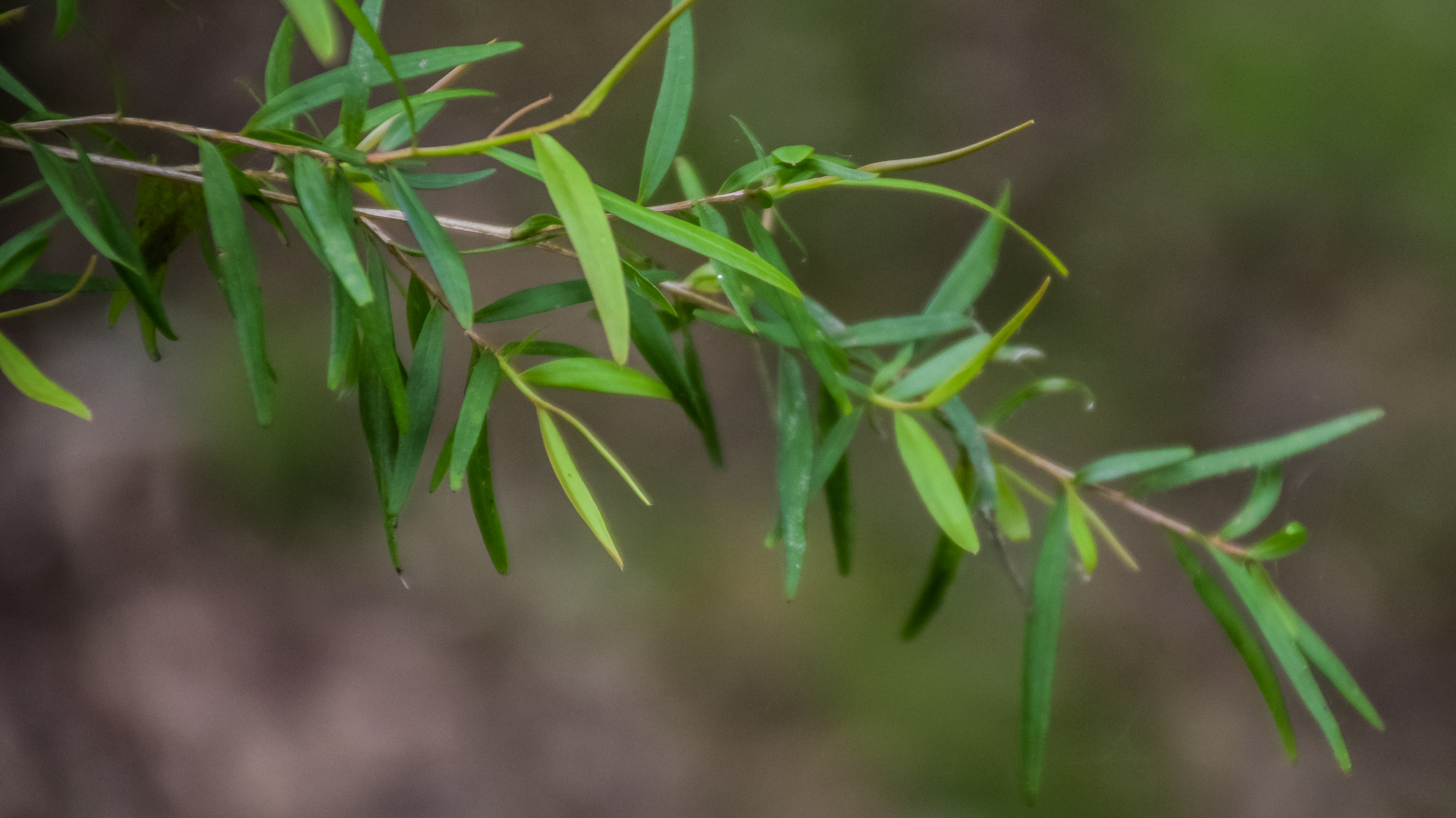
Zitronenmyrte
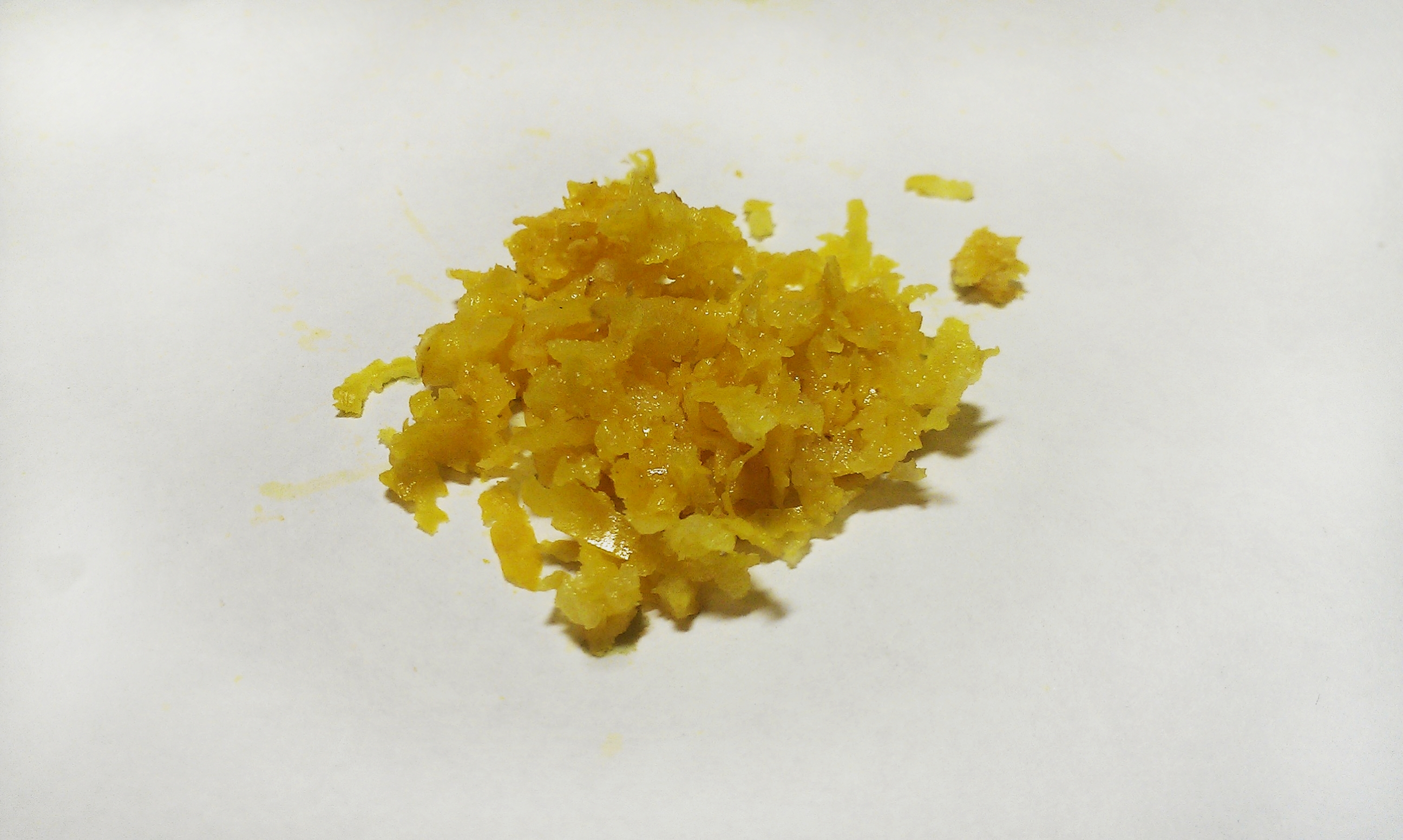
Zitronenschale
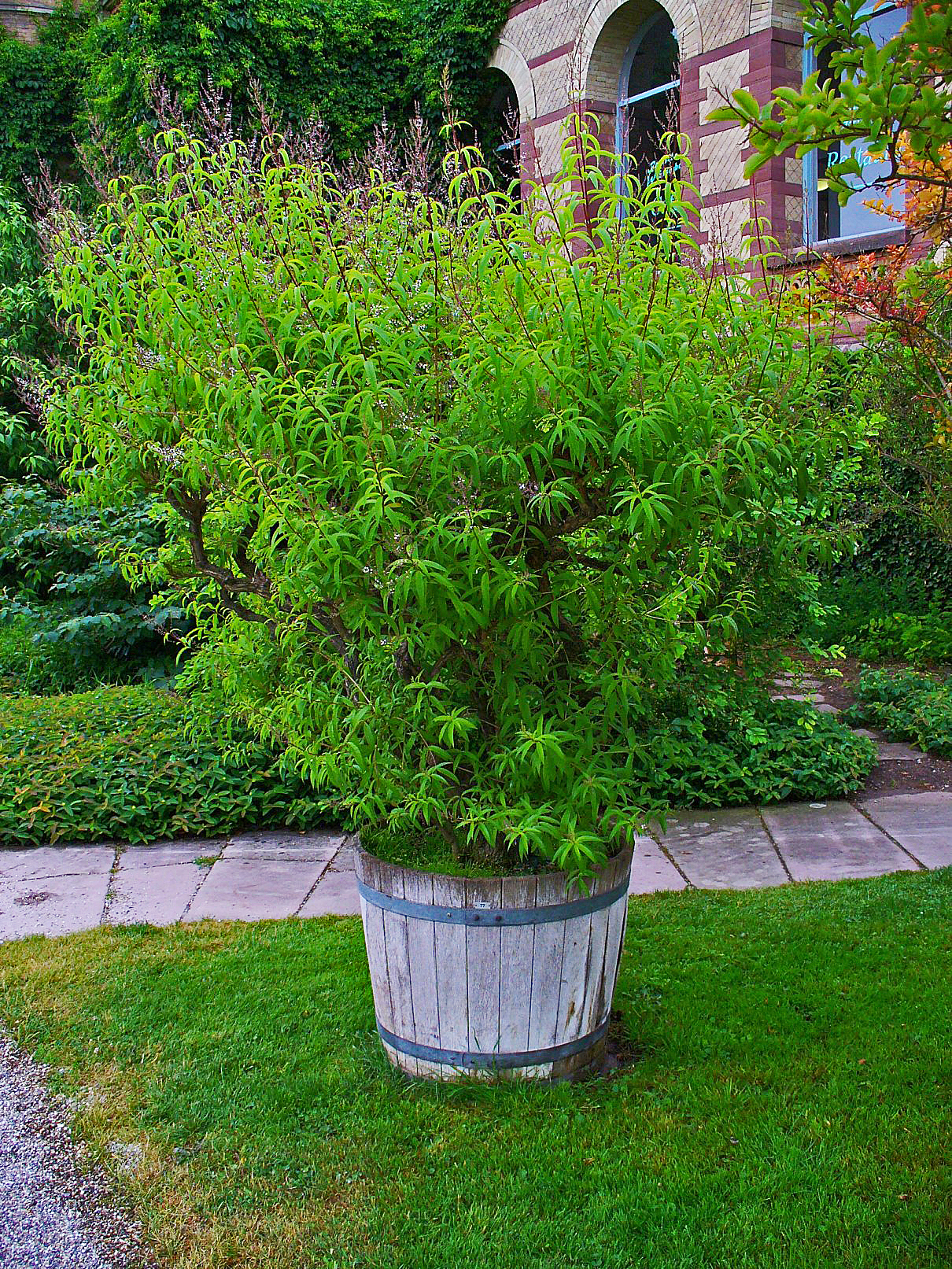
Zitronenstrauch
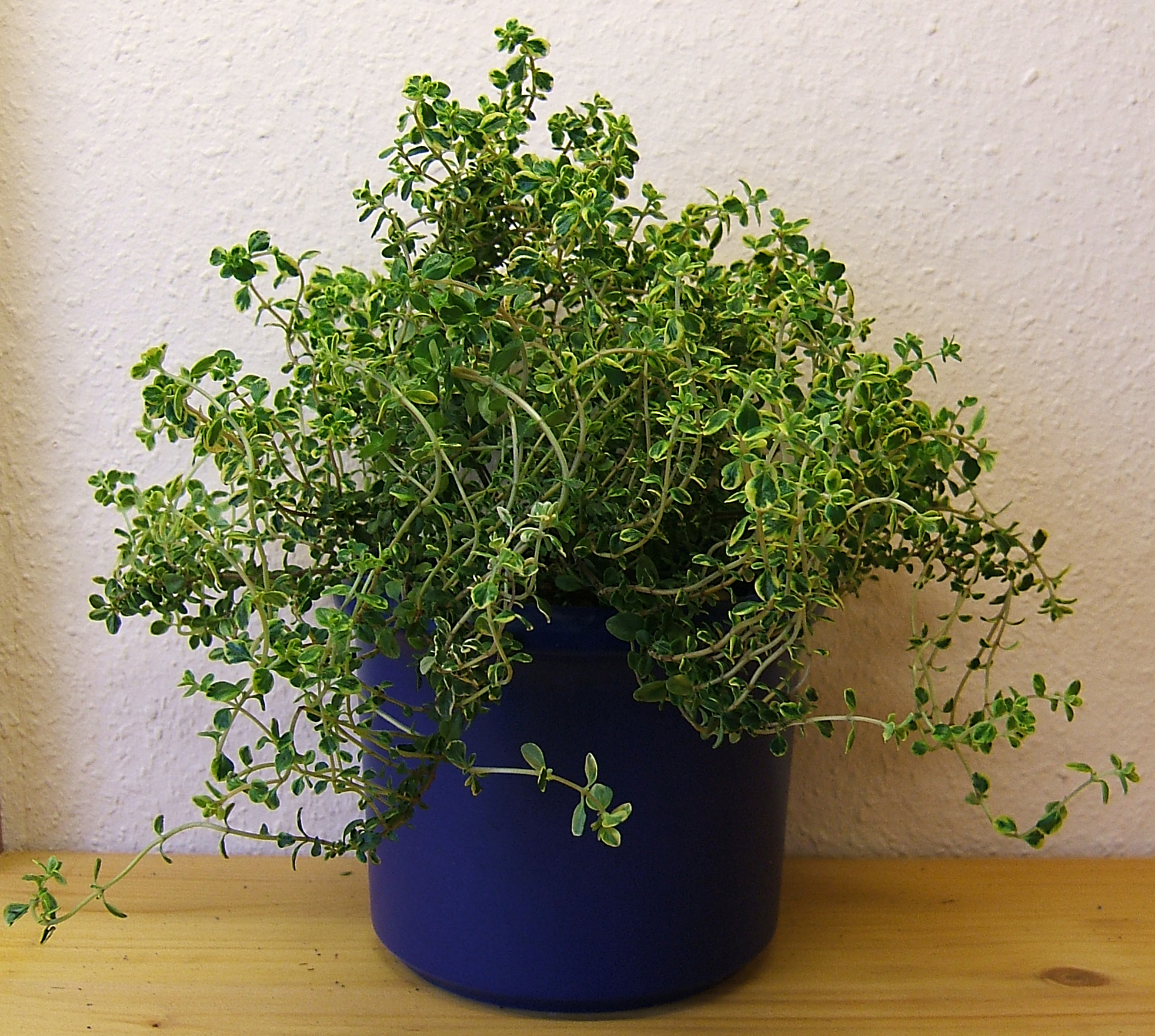
Zitronen-Thymian

- Asant
 (Asa foetida)
 (ähnlich ist
 Ferula foetida (Bunge) Regel,
 Ferula narthex, Ferula persica, Ferula alliaceae)
- Austernpflanze
- Avocadoblätter
 (getrocknet oder frisch)
- Aztekisches Süßkraut
- Backhousia citriodora
- Basilikum
- Bärlauch
- Bärwurz
- Beifuß
 (ähnlich ist Strand-Beifuß)
- Bockshornklee
 (ähnlich ist der
 Balansas Bockshornklee;
 „Kasuri“ Methi)
- Samen vom Bockshornklee
- Bohnenkraut
 (Sommer-Bohnenkraut
 Satureja hortensis und das
 Winter-Bohnenkraut
 Satureja montana)
- Boldoblätter
- Bolivianischer Koriander
- Bunium persicum
 (Kala Jeera, Schwarzkümmel)
- Chili (Capsicum spp.)
(Capsicum pubescens, Capsicum baccatum, Capsicum frutescens, Capsicum chinense, Capsicum cardenasii u. a.) oder Jalapeño bzw. Spanischer Pfeffer auch Gorria (Piment d’Espelette) sowie „Pasilla de Oaxaca“ und Tepin sowie
 „Aji Charapita“ (gelbe Chili)
(siehe auch Paprika)
- Cayennepfeffer
- Chiloé, Chilota, Canelo
 (Pimeta de(l) Canelo, Chiloé, Chilota, Austral oder Patagónica)
 (Winterrinde)
 (Rinde und Früchte)
- Chinesischer Gewürzstrauch
 (Blätter und Blüten)
 (ähnlich sind Elsholtzia blanda,
 Elsholtzia ciliata)
 (Blütenstände, Samen und Blätter)
- Chinesischer Ingwer
- Clitoria ternatea
 (Blüten zum Blaufärben)
- Cumeo
 (Siltimur, Timut, Timur)
 (ähnlich von Lindera glauca)
 (Früchte)
- Cunila origanoides
- Currybaum
- Dill
 (auch Samen)
- Duftendes Mariengras
- Duftveilchen
- Dysoxylum alliaceum
 (ähnliches Bild)
 (Blätter und Samen)
- Eberraute
- Echte Katzenminze
 (junge Blätter auch als Salat)
- Echte Nelkenwurz
 (Wurzeln)
 (junge Blätter als Gemüse)
- Echter Alant
 (Blätter und Wurzel)
- Echter Galgant
- Echter Schwarzkümmel
 (auch von Jungfer im Grünen)
- Echter Sternanis
- Echtes Mädesüß
 (Blüten und Blätter)
- Echtes Süßholz
- Estragon
- Fackel-Ingwer
 (junge oder ältere Blütensprosse)
- Falscher Kardamom
 (Korarima, Äthiopischer Kardamom)
 (Aframomum corrorima)
 (ähnlich sind
 Aframomum angustifolium,
 Amomum aromaticum,
 Amomum compactum,
  Lanxangia tsao-ko
 Syn.: Amomum tsao-ko,
 Wurfbainia vera
 Syn.: Amomum krervanh,
 Wurfbainia villosa
 Syn.: Amomum villosum)
- Falscher Pfeffer
 (Embelia ribes, Myrsine africana)
 (eher medizinisch)
- Farnmyrte
- Felsen-Fetthenne
 (Tripmadame)
 (auch als Salat)
- Fenchelsamen
 oder auch Fenchelpollen
- Filé
 (getrocknete Blätter)
- Frauenminze
- Gelber Steinklee
 (junge Blätter und Sprossen auch als Gemüse oder Salat)
- Gewöhnlicher Knollenkümmel
 (Knollen auch als Gemüse)
- Gewürzbusch
 (Fieberstrauch)
 (Pimentersatz)
- Gewürzlilie
 (Galanga)
- Gewürznelke
- Golpar
- Griechischer Oregano
- Griechischer Salbei
 (meistens getrocknet)
- Große Sapote
 (Samen)
- Grüner Kardamom
- Grün-Erle
 (Green Alder Pepper, Dune Pepper)
 (Blütenstand)
- Hibiskus
 (Kelch und Außenkelch)
 (ähnlich mit Blüten von
 Bombax costatum, Bombax ceiba,
 Bombax buonopozense)
 (siehe auch Gemüse)
- Houttuynia cordata
- Indianernessel
 (ähnlich sind Wilde Bergamotte,
 Pferdeminze)
- Indischer Wassernabel
- Indisches Lorbeerblatt
 (Tejpat)
- Ingwer
 (auch Blätter)
- Italienische Strohblume
 (Currykraut, Immortelle)
- Kaffeebohne
- Kaffernlimette
 (Blätter und Fruchtschale)
- Kakaobohne
- Kalmus
 (Wurzeln; meist getrocknet oder roh als Gewürz)
 (auch junge Blätter als Gewürz)
 (siehe auch Gemüse)
- Kalpasi
- Karibischer Oregano
- Kerbel
 (auch
 Wiesen-Kerbel, Hunds-Kerbel)
- Knoblauchbaum
 (Afrostyrax kamerunensis, Afrostyrax lepidophyllus,
Hua gabonii  und
 Scorodophloeus zenkeri
 auch Scorodocarpus borneensis)
 (Samen, Blätter und Rinde)
- Knoblauchsrauke
- Koriander
 (Blätter und Samen
 auch Wurzeln)
- Koseret
 (Lippia abyssinica, Lippia plicata)
- Kreuzkümmel
- Kubeben-Pfeffer
- Kümmel
- Kurkuma
- Langer Koriander
 (Culantro)
- Langer Pfeffer
- Lavendel
- Liebstöckel
- Limnocharis flava
 (junge Blätter und Pflanzen)
- Lippia alba
 (Blätter mit Anisaroma)
- Litsea cubeba
 (ähnliches Bild)
 (Ersatz für Kubeben-Pfeffer)
 (auch Wurzeln, Blätter, Blüten)
 (auch Litsea pipericarpa)
- Lorbeer
- Loorbeerersatz
 (Pimenta racemosa;
 Früchte auch als Pimentersatz,
 Litsea glaucescens,
 Umbellularia californica)
- Madagassische Muskatnuss (Ravensara aromatica
 Syn.: Cryptocarya agathophylla)
- Mahleb, Mahlab oder Mahlebi
 (Samen im Steinkern)
- Majoran
 (auch Origanum syriacum,
 Origanum dictamnus)
 (ähnlich ist Satureja thymbra, Thymbra spicata,
 Kopfiger Thymian)
- Mangoingwer
- Mansoa alliacea
 (Blätter)
- Mastix
- Mexikanischer Blattpfeffer
 (ähnlich ist Piper sanctum,
 siehe auch Wilder Pfeffer)
 (Blätter)
- Mexikanischer Drüsengänsefuß
 (Epazote)
- Mexikanischer Oregano
- Micromeria biflora
 (ähnlich ist Micromeria juliana)
 (versch. Micromeria-Arten;
 „Emperor’s Mint“)
- Minzen
- Miso
- Mitsuba
 (ähnlich ist
 Cryptotaenia canadensis)
 (Blätter, Stängel und Wurzeln)
- Mohren-, Negerpfeffer
 (ähnlich ist Affen- oder Burropfeffer
 Xylopia aromatica)
- Mönchspfeffer
 (Früchte und Blätter)
 (ähnlich ist Vitex negundo)
- Muskat
 (auch Myristica argentea,
 Myristica succedanea)
 (Nuss und Macis)
- Muskateller-Salbei
- Muskatkraut
 (Leberbalsam-Schafgarbe oder
 Achillea decolorans)
 (ähnliches Bild)
- Myrte
 (Blätter und Früchte)
- Ocotea quixos
 (Ecuador oder Amerikanischer Zimt)
 (Is(h)pink(u), Ishpingo,
 Flor de Canela)
 (Rinde, Blätter und Fruchtbecher),
- Oenanthe javanica
(Koreanische Petersilie)
- Olivenkraut
- Orangenschale
 (auch Mandarinenschale)
- Oregano
- Pandanus amaryllifolius
 (ähnlich ist Pandanus odorifer)
 (Blätter)
- Paradieskörner
 (ähnlich sind Aframomum daniellii,
 Aframomum citratum,
 Aframomum albiflorum,
 Aframomum exscapum, Aframomum mala,
 Aframomum angustifolium)
- Pelargonienblätter
 (versch. Pelargonium-Arten,
 Duftpelargonien,
 wie Pelargonium odoratissimum, Pelargonium crispum,
 Pelargonium fragrans,
 Pelargonium graveolens, Pelargonium tomentosum)
- Petersilie
 (es werden beide Arten verwendet)
- Pfeffer
- Pfefferverwandte
 (Piper borbonense,
 Piper guineense,
 Piper retrofractum,
 Piper amalago,
 Piper capense,
 Piper excelsum)
- Pfefferbaum
 (Rosa Pfeffer)
(Brasilianischer Pfefferbaum, Peruanischer Pfefferbaum)
- Pfefferminze
- Piment
 (auch die Blätter werden verwendet)
- Pimpinelle
- Plectranthus amboinicus
 (Kubanischer Oregano)
- Prostanthera rotundifolia
- Pseudowintera colorata
 (Horopito)
 (Blätter)
- Pycnanthemum verticillatum var. pilosum
 (Syn.: Pycnanthemum pilosum)
- Quararibea funebris
 (Rosita de Cacao)
 (Blüten; nicht im Bild)
- Quendelblättrige Bergminze
 (auch Wald-Bergminze,
 Gemeiner Wirbeldost,
 Feld-Steinquendel,
 Großblütige Bergminze,
 Kleinblütige Bergminze,
 Clinopodium graveolens
 subsp. graveolens,
 Clinopodium serpyllifolium
 subsp. brachycalyx,
 subsp. serpyllifolium,
 sowie Arabisches Bergkraut)
- Rosmarin
 (ähnlich ist Afrikanischer Rosmarin)
- Rotes Sandelholz
 (Holzpulver zum Rotfärben)
- Safran
- Salam
 (Indonesischer Lorbeer)
- Salbei
- Schabzigerklee
- Schnittlauch
- Schottischer Liebstöckel
 (Blätter, Stängel und Samen)
 (Wurzeln als Gemüse)
- Schwarzer Kardamom
- Sellerie
 (Blätter, Wurzeln und Samen)
- Selleriesamen
- Senf
- Soumbala
 (Iru)
- Stevia
- Sumpf-Salbei
 (Pfeffer-Salbei)
 (Blüten und Blätter)
- Süßdolde
- Süße Duftblüte
- Sumak
- Szechuanpfeffer
 (auch Zanthoxylum armatum, Zanthoxylum schinifolium, Zanthoxylum rhetsa,
 Zanthoxylum simulans u. a.)
 (Früchte, Samen und Blätter)
- Syzygium anisatum
- Tagetes minuta
 (Huacatay, Wakataya)
 (ähnlich ist Tagetes lucida)
- Tannen-, Fichtennadeln
- Tasmanischer Bergpfeffer
 (ähnlich ist „Dorrigo Pepper“ von Tasmannia insipida und
 Tasmannia stipitata)
 (Früchte und Blätter)
- Tetrapleura tetraptera
- Thai-Basilikum
- Thai-Ingwer
- Thymian
 (versch. Thymus-Arten)
- Tonkabohne
- Apulischer Zirmet
 (junge Blätter und Sprosse)
- Vanille
 (ähnlich ist Leptotes bicolor)
- Vietnamesischer Koriander
- Vietnamesische Melisse
- Wacholder
- Waldmeister
- Wasserpfeffer
 (Blätter und Samen)
- Weinberg-Lauch
 (ähnlich sind Kohl-Lauch,
 Schlangen-Lauch,
 Allium macrostemon,
 Allium cernuum,
 Allium canadense)
 (Knollen, Blätter und Brutzwiebeln)
- Weinraute
- Weißer Steinklee
 (Blüten)
- Wermutkraut
- Wiesen-Schaumkraut
- Wilde Bergamotte
- Wilder Pfeffer
 (La Lot, Wilder Betel, Betelblätter)
 (meist nur zum Kauen ist
 Betelpfeffer,
 siehe auch Mexikanischer Blattpfeffer)
 (Blätter)
- Ysop
- Zanthoxylum americanum, Zanthoxylum limonella
- Zimt
 (Rinde und getrocknete „Zimtblüten“, „Zimtnelken“; Fruchtbecher und Blütenhülle mit sehr jungen Früchten,
 auch Blätter werden verwendet)
- Zimtähnliche
 ähnliche Rinden (nicht im Bild) liefern
 (Aniba canelilla, Winterrinde und
 Cryptocarya massoy sowie Dicypellium caryophyllatum und Canella winterana)
- Zitronenbasilikum
 (ähnlich ist Ocimum gratissimum)
 (siehe auch Limonenbasilikum)
- Zitronengras
- Zitronenmelisse
- Zitronenmyrte
- Zitronenschale
- Zitronenstrauch
- Zitronen-Thymian